# Biodiversité marine des lagons de La Réunion

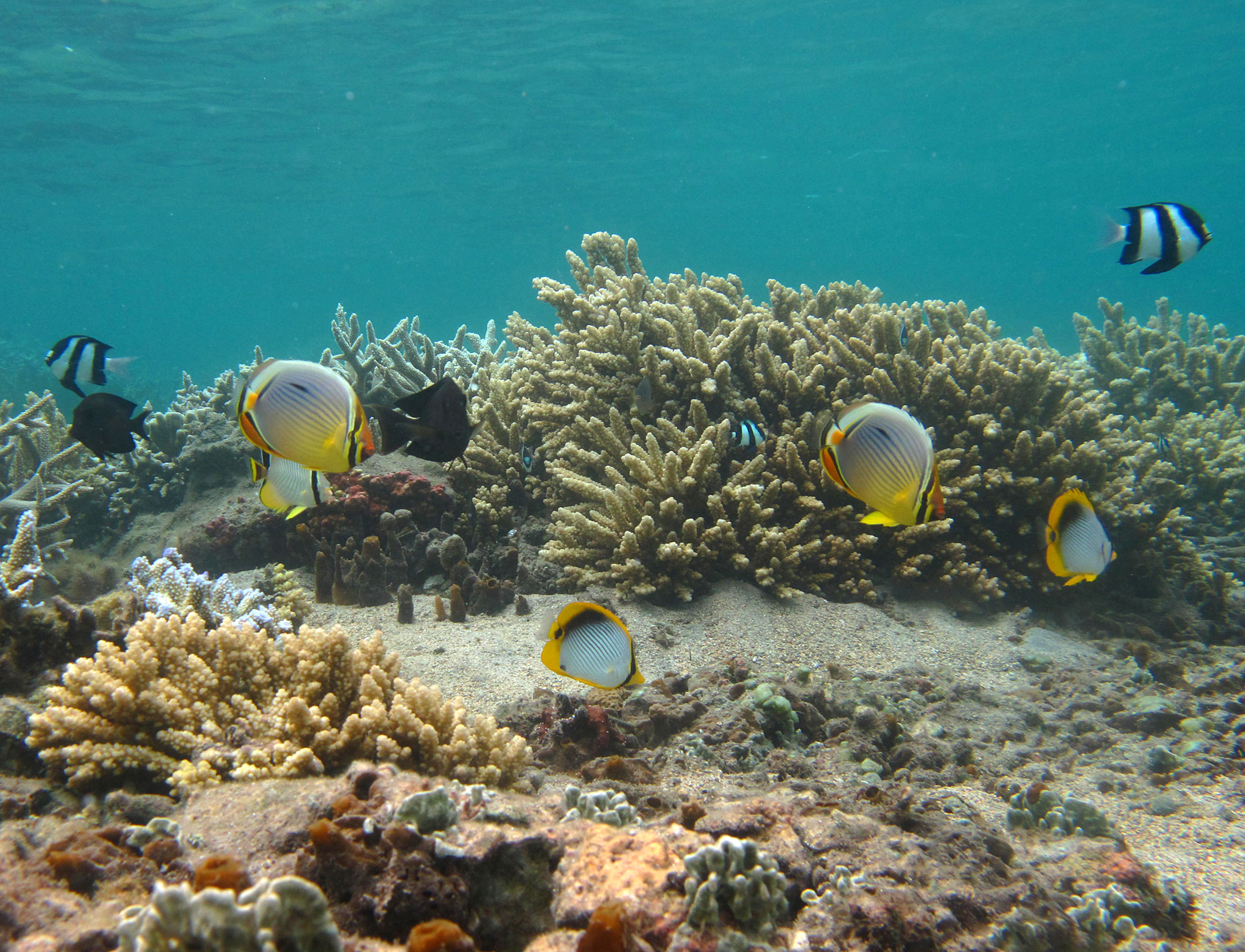
Paysage sous-marin typique du lagon de l'Hermitage (en 2014).

L'île de La Réunion est un département d'outre-mer français situé dans le sud-ouest de l'océan Indien.
C'est une île volcanique relativement jeune (3 millions d'années) en forme caractéristique de cône, dont la base se situe directement sur le plancher océanique (et non pas sur un plateau continental), ce qui explique son isolement. Sa jeunesse est la cause de la faible surface occupée par les formations coralliennes, âgées de 8 000 ans, se présentant pour la plupart sous la forme de récifs frangeants,.
Ces formations délimitent des « lagons » (il s'agit plus techniquement d'unités géomorphologiques comprenant une dépression d'arrière-récif et un platier,) peu profonds dont le plus grand ne dépasse pas 500 m de large, pour 1 à 2 m de fond environ. Ces lagons, qui forment une ceinture récifale discontinue de 25 km de long (soit 12 % du littoral de l'île) pour une surface totale de 12 km2,, sont situés sur la côte ouest et sud-ouest de l’île.
Les plus importants sont ceux de L’Hermitage (St Gilles), St Leu, L'Étang-Salé et St Pierre.
Mais il existe aussi des plates-formes récifales attenantes à ces lagons (Grand Fond ou Terre Sainte par exemple) ou isolées (La Souris Chaude ou Grande Anse, par exemple), de taille plus modeste et dont la barrière est souvent rocailleuse.
Les platiers sont étroits et les tombants en arrière des barrières coralliennes plongent rapidement à des profondeurs importantes. S'il existe plusieurs compartiments récifaux de petite taille, le principal se situe dans l'ouest de l'île, dans la région de Saint-Gilles les Bains, et a une superficie de quelques kilomètres carrés.
Les lagons de L’Hermitage, St Leu et L'Étang-Salé sont protégés par la Réserve naturelle marine de La Réunion (RNMR), d’une surface de 3 500 hectares, créée en février 2007.
La température de l'eau des lagons varie entre 22 et 30 °C,. Au niveau de la faune, les récifs coralliens de la Réunion, aussi bien au niveau des platiers que des barrières, sont dominés par des espèces de corail branchu à croissance rapide du genre Acropora (famille des Acroporidae).
La décomposition de la matière organique des lagons est essentiellement assurée par diverses espèces d'holothuries à fortes densités, comme l'holothurie noire (Holothuria leucospilota) et le cordon mauresque (Synapta maculata) à l'Hermitage, ou l'holothurie verte (Stichopus chloronotus) à l’Étang Salé, par exemple.

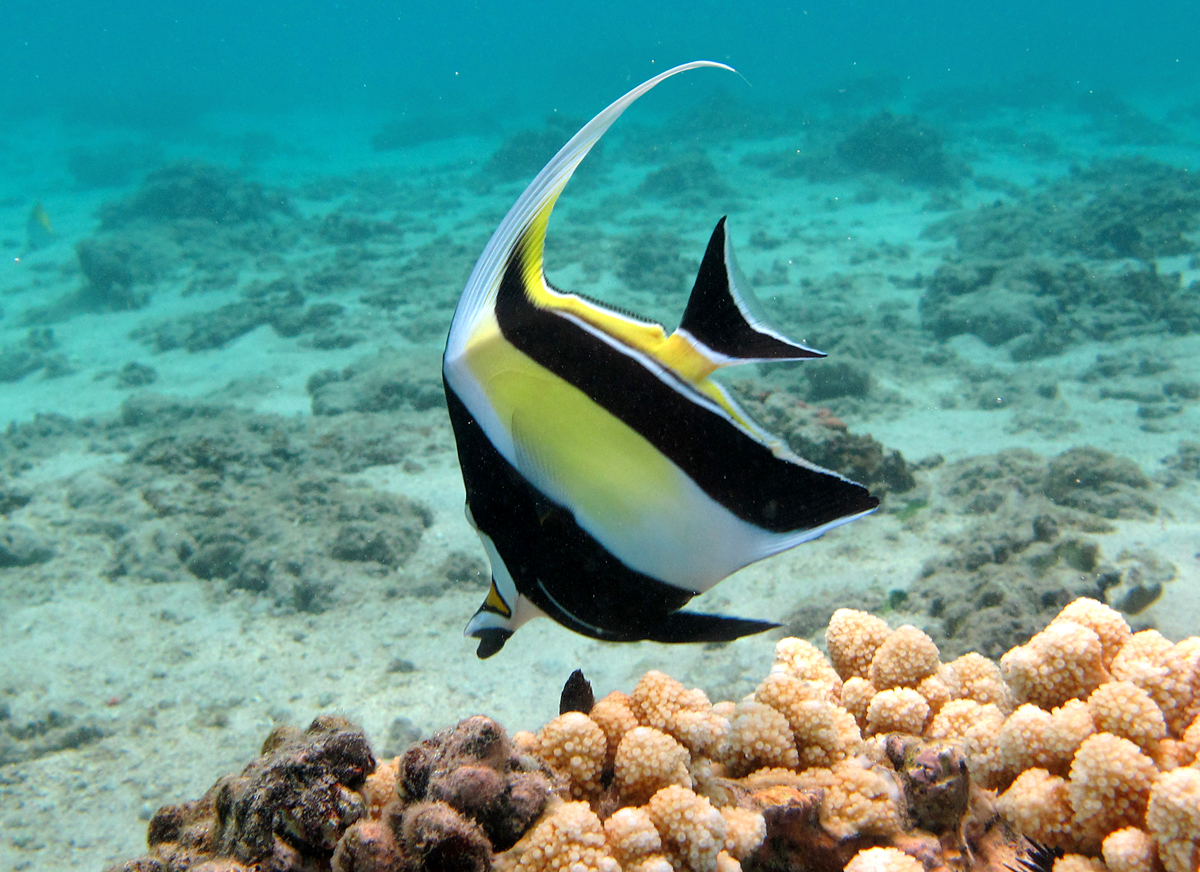
Idole des Maures (Zanclus cornutus), un des poissons les plus emblématiques des récifs coralliens de l'océan Indien.

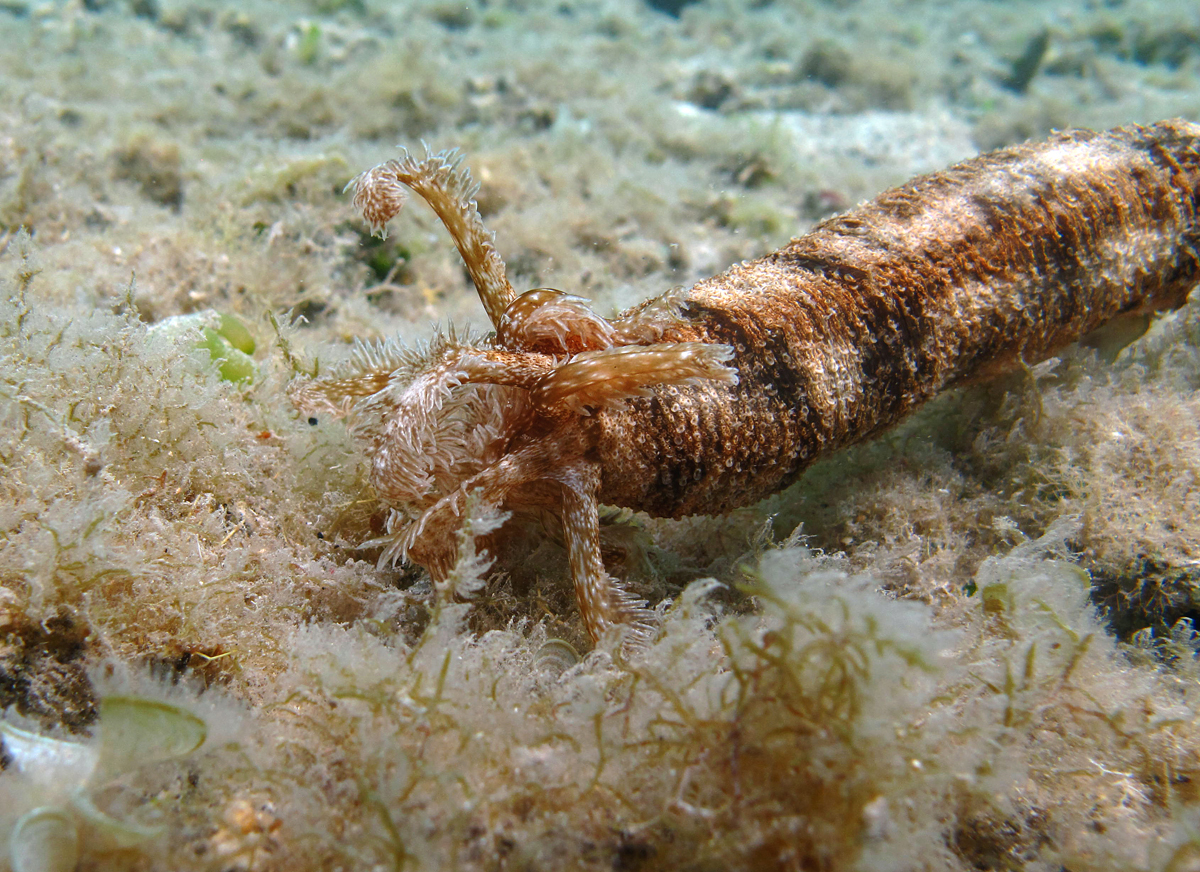
« Cordon mauresque » (Synapta maculata, une holothurie) ingérant des particules de sédiment pour se nourrir des nutriments, déchets et bactéries qu'il contient et assurant ainsi son rôle fondamental de nettoyeur du lagon.

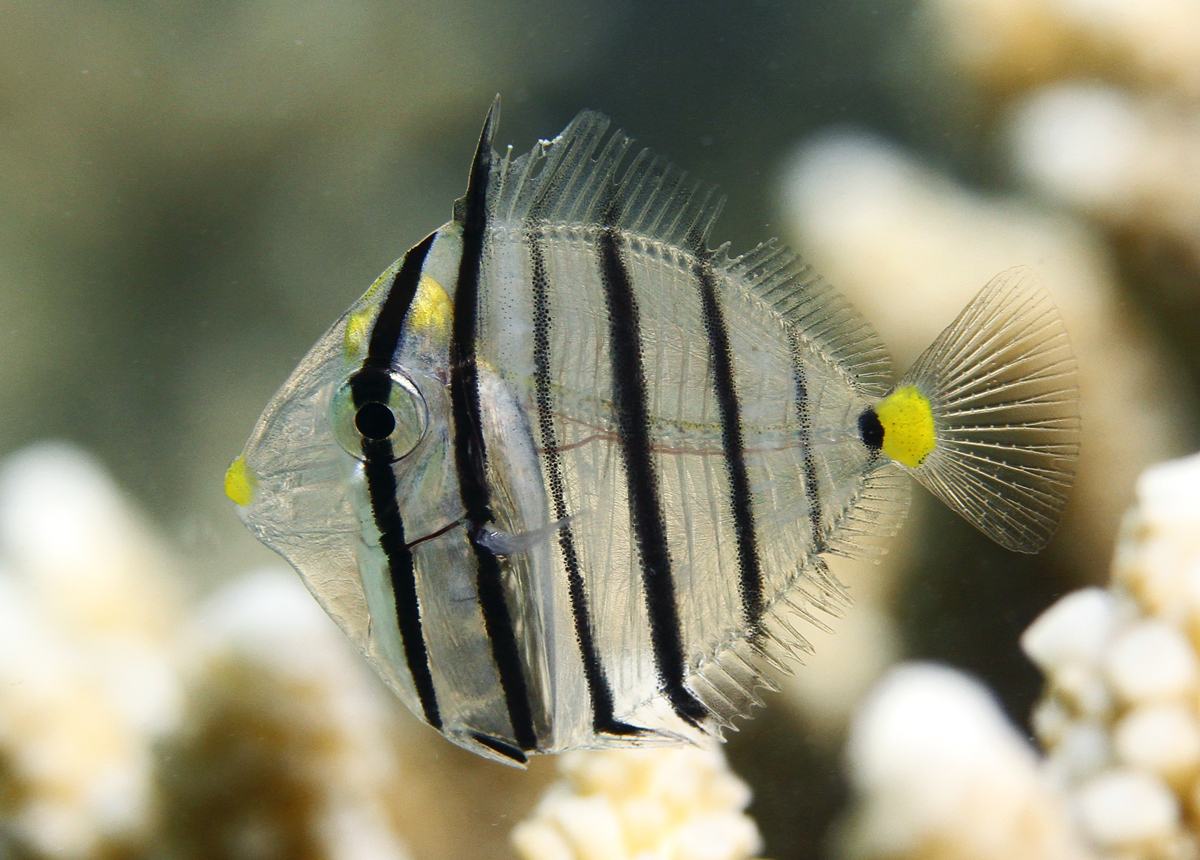
Cette post-larve de chirurgien-voilier de moins de 3 cm est encore translucide et porte la livrée du dernier stade larvaire. Elle est donc arrivée dans le lagon très récemment et évoluera rapidement vers sa livrée juvénile. Toutefois, certaines espèces ne fréquentent les lagons qu'au stade juvénile.

Malgré la faible surface des récifs coralliens, la biodiversité marine de la Réunion est comparable aux autres îles du secteur, qui vaut à l'archipel des Mascareignes son inscription parmi les 10 principaux « hot spots » de biodiversité mondiale. Les recherches scientifiques récentes font état à la Réunion de plus de  190 espèces de coraux, 
environ 2800 espèces de mollusques, 
plus de 500 espèces de crustacés, 
plus de 130 espèces d'échinodermes 
et plus de 1 000 espèces de poissons, dont quelques espèces endémiques de la région et, dans une moindre mesure, de l’île.
Cependant, près d’un tiers de ces espèces était déjà considéré comme menacé ou vulnérable en 2009. Les causes de cet état de fait sont la pollution, la surpêche et le braconnage ainsi que la pression anthropique, notamment liée à la densification de l’urbanisation des zones côtières et au rejet des eaux usées. En effet, les récifs coralliens comptent parmi les écosystèmes côtiers les plus riches en matière de biodiversité, mais ils sont aussi les plus fragiles. Par exemple, un phénomène de blanchissement des coraux (susceptible d’entraîner leur forte mortalité) a été observé en mars 2014, corrélé à un épisode de mortalité massive des poissons dû à une bactérie pathogène (Streptococcus iniae), dont la prolifération pourrait être due à un surenrichissement des eaux côtières, jusqu’à des profondeurs importantes. Cette épidémie meurtrière s'est résorbée naturellement, mais continue de susciter la perplexité et l'inquiétude des autorités.
Il reste que les lagons se repeuplent continuellement, quoique avec plus ou moins de facilité selon leur état, du fait du « recrutement » continuel de post-larves et juvéniles venus de l’océan. Ils font ainsi largement office de nurserie pour de nombreuses espèces, et sont des lieux privilégiés pour observer le développement et les comportements des stades précoces de très nombreux poissons et invertébrés. Ces recrutements se font soit sur l’année et par petites cohortes, soit massivement et durant des pics correspondant aux pics de ponte précédents pendant la saison chaude. Comme de nombreuses îles, La Réunion connaît en effet une courantologie telle que des tourbillons océaniques se forment près des côtes, qui sont susceptibles de retenir œufs et larves pélagiques. Les lagons seraient donc en bonne part peuplés sous le régime de « l'autorecrutement ». Ces recrutements ont souvent lieu les nuits de nouvelle lune, mais peuvent aussi se produire en plein jour.
Cet article, loin d'être exhaustif, se propose d'illustrer quelques-unes des espèces susceptibles d’être rencontrées dans les lagons pour chacun des principaux groupes d'animaux marins macroscopiques. Certaines espèces de poissons ne sont représentées que par leur juvénile, ou, pour celles qui en ont une, leur phase initiale, parce que leurs adultes ou leurs phases terminales n’ont pas été observées dans les récifs réunionnais. Quelques espèces ne sont pas familières des biotopes récifaux et peuvent être introduites provisoirement par la houle ou les courants, ou résider dans la proximité des passes. De nombreux noms scientifiques latins (appelés taxons) sont suivis d’un point d’interrogation "?" qui signifie que l’identification de l’animal photographié est vraisemblable mais pas certaine. Un grand nombre d’espèces est en effet difficile, sinon impossible, à déterminer sans un prélèvement de spécimen et des examens de laboratoire.

## Vue générale
Ces vues mettent en évidence la faible distance entre les barrières récifales et la côte caractéristique des « lagons » réunionnais, qui sont en fait des récifs frangeants. Chacun a ses particularités, morphologiques, hydrologiques, etc., ce qui influe sur la biodiversité de chaque site.

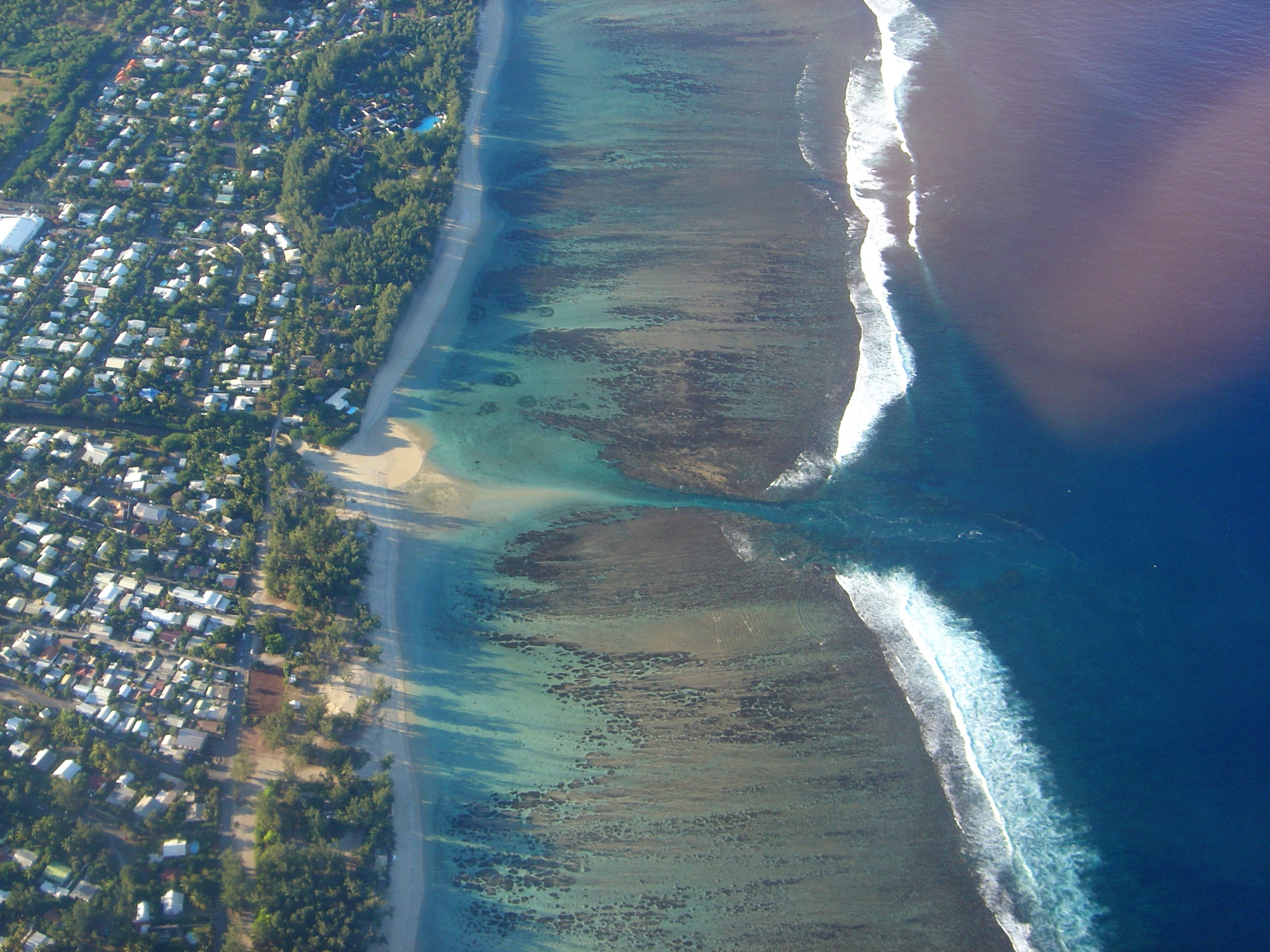
Le lagon de l'Hermitage et sa passe.
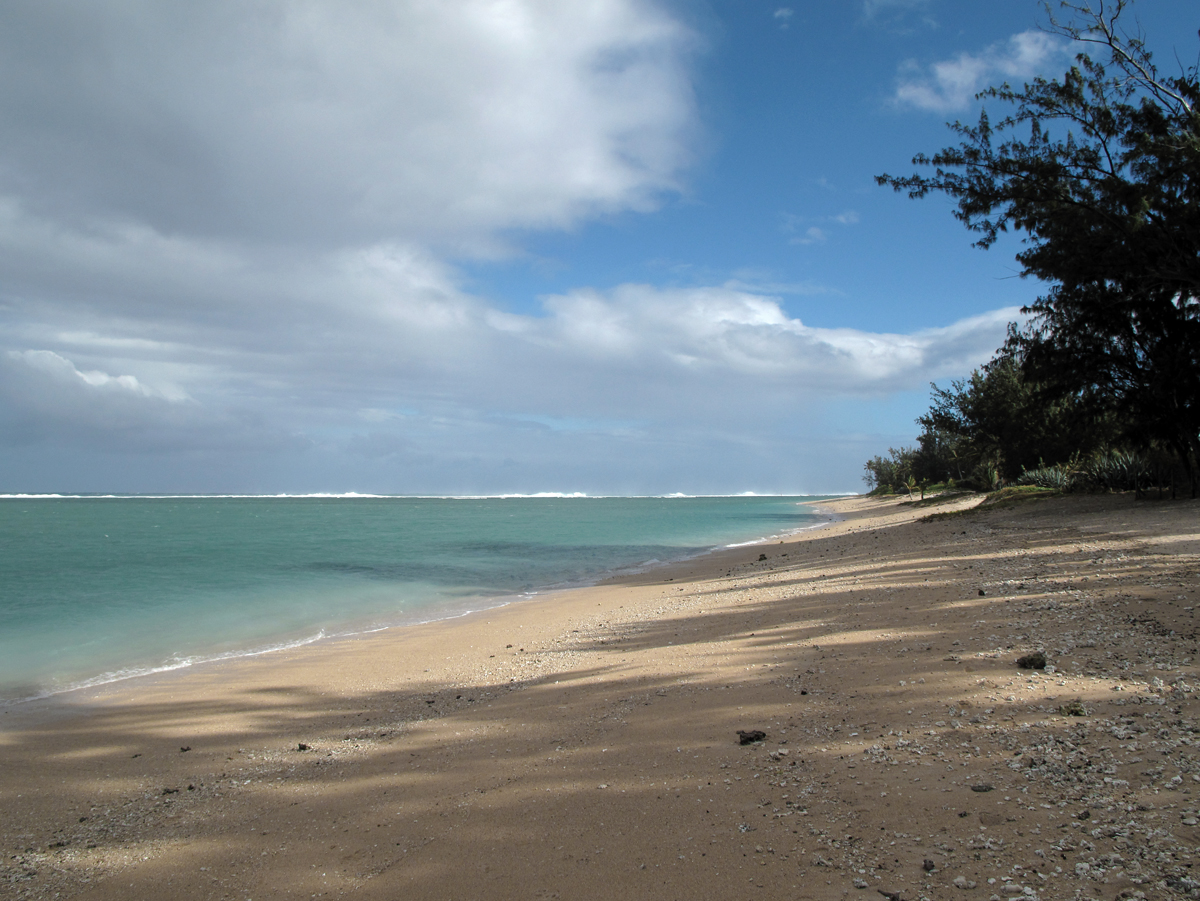
Vue du lagon de L'Hermitage au matin.
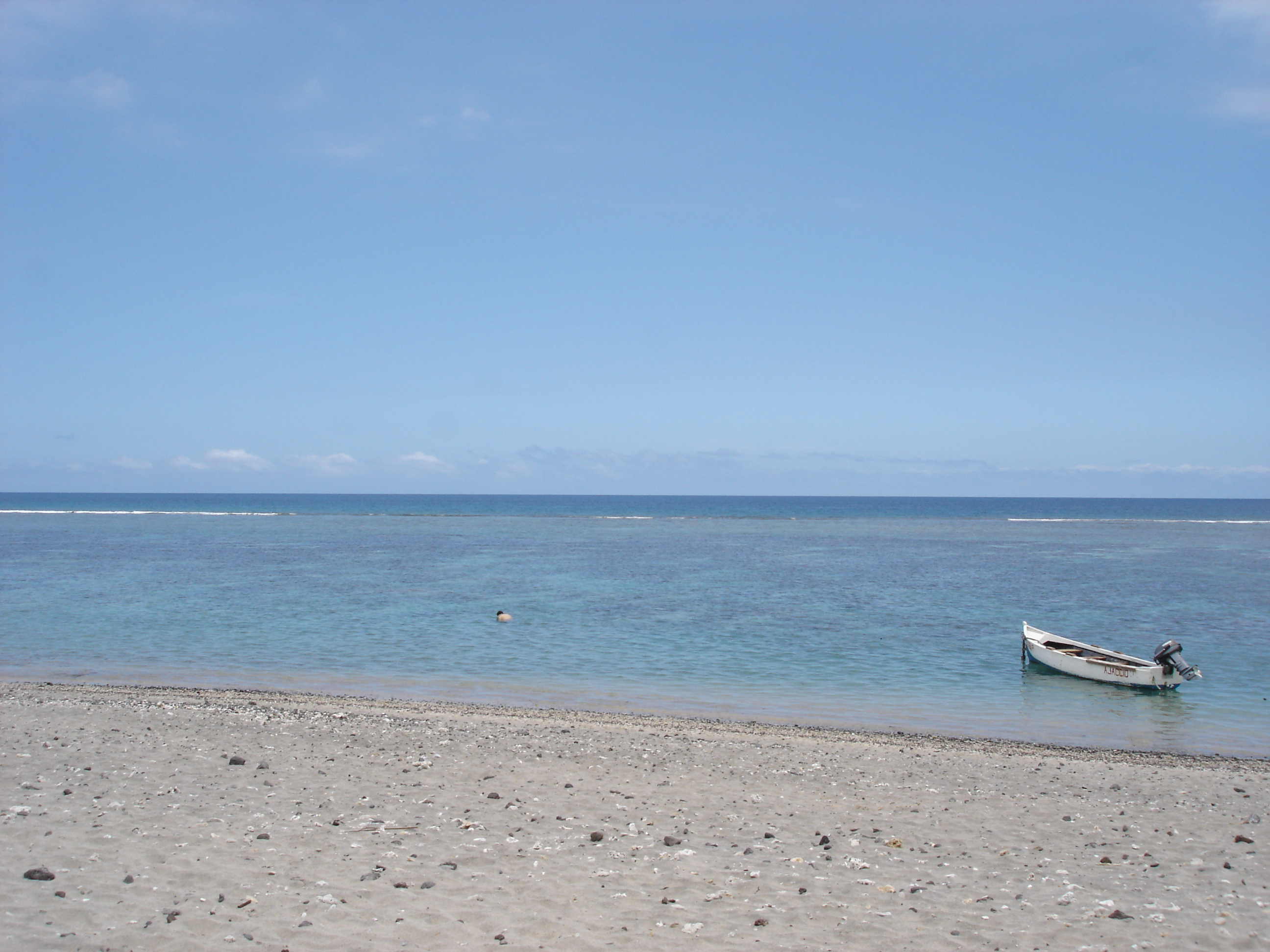
Vue du lagon de Saint-Leu.
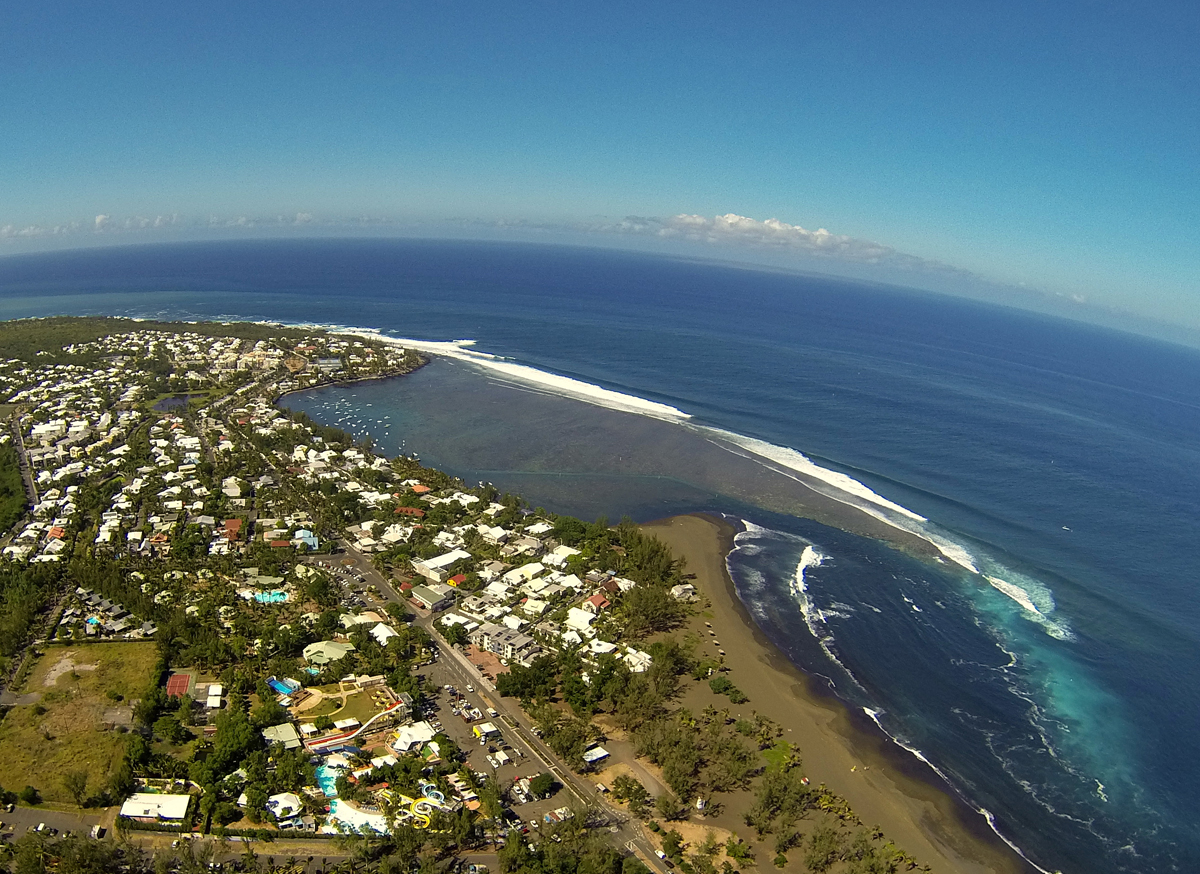
Le lagon de L'Étang-Salé vu du ciel.
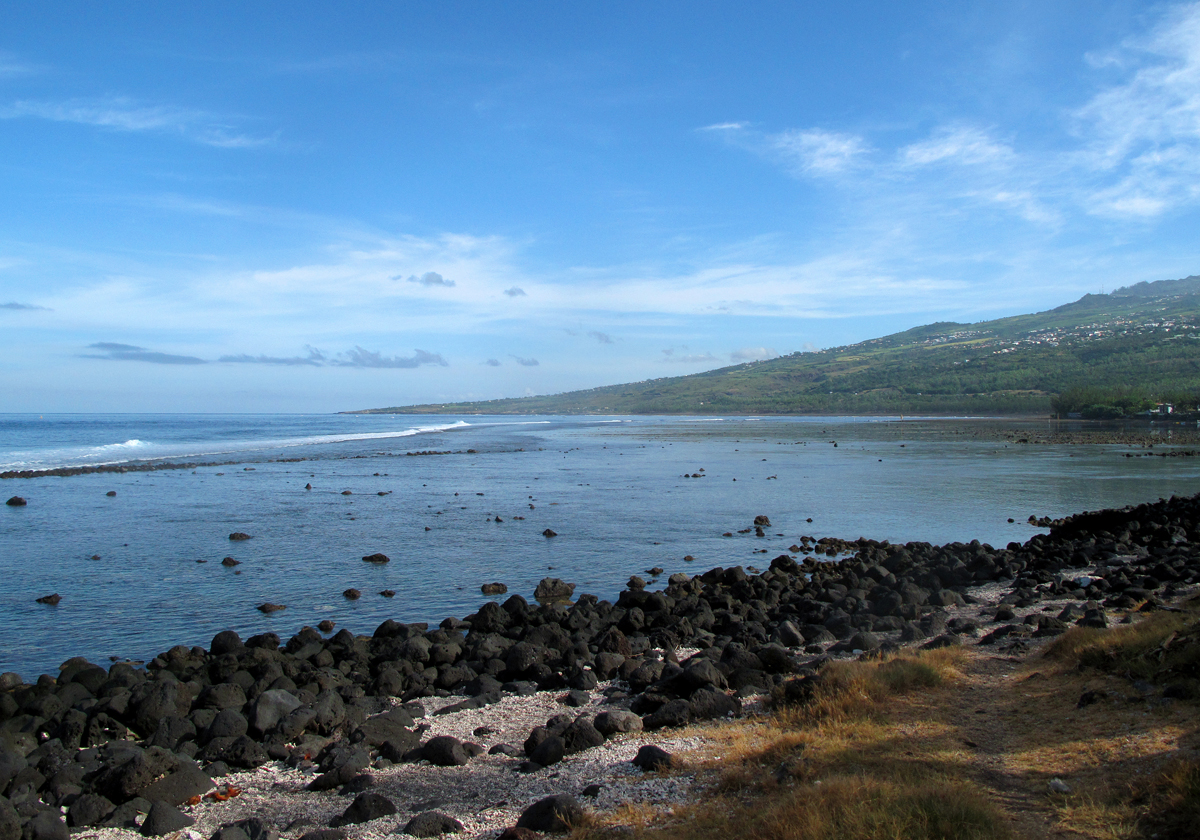
Le lagon de l'Étang Salé à marée basse.
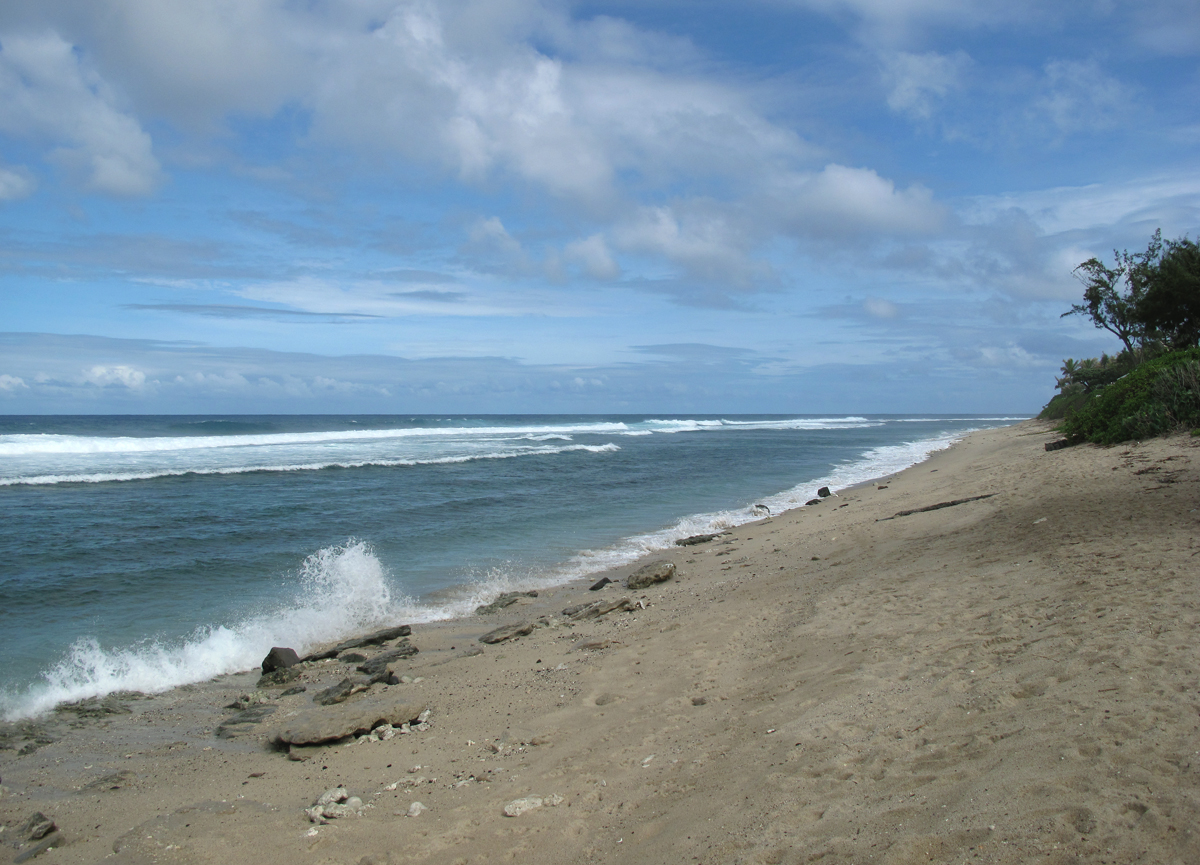
Le lagon de Grand Fond (commune de Saint-Paul)
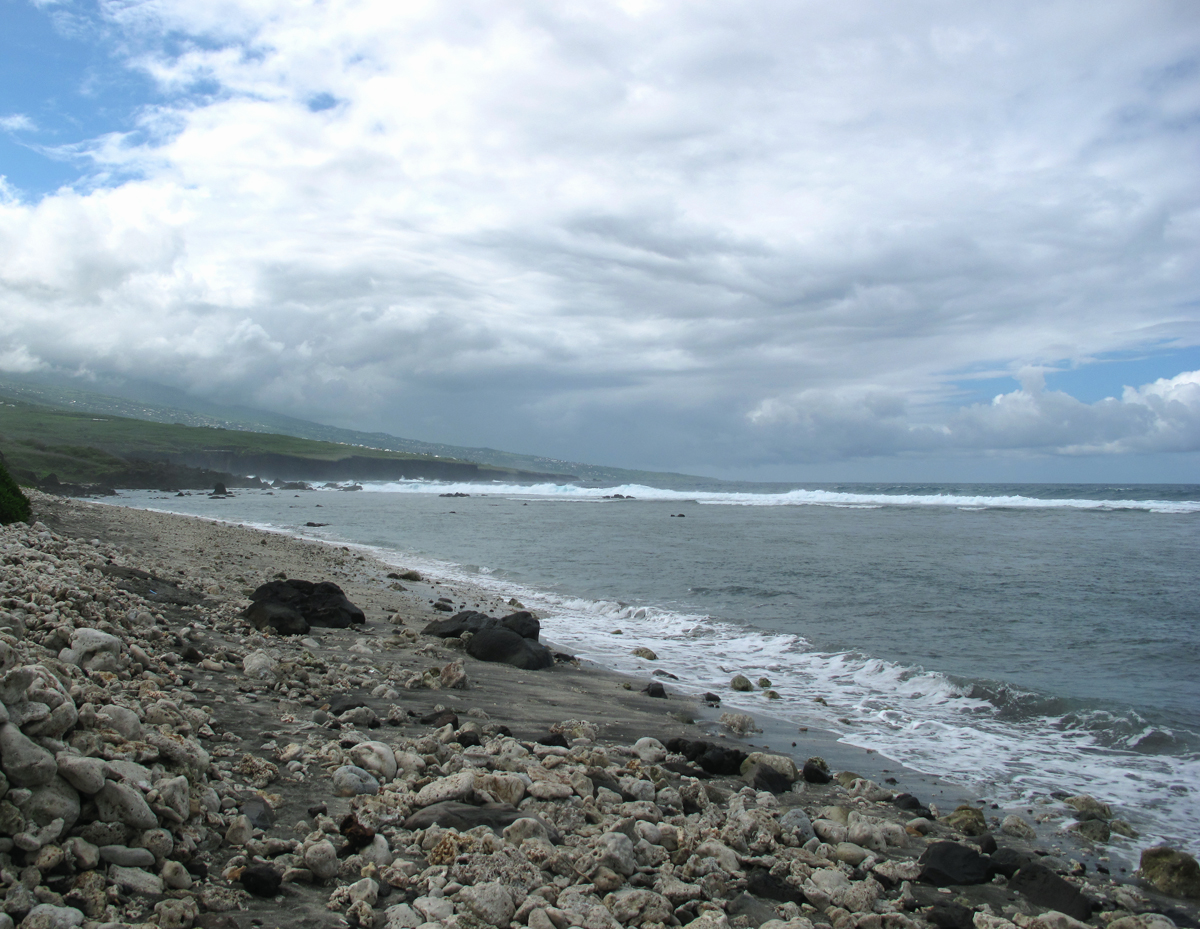
Le lagon de La Souris Chaude (commune de Trois-Bassins)
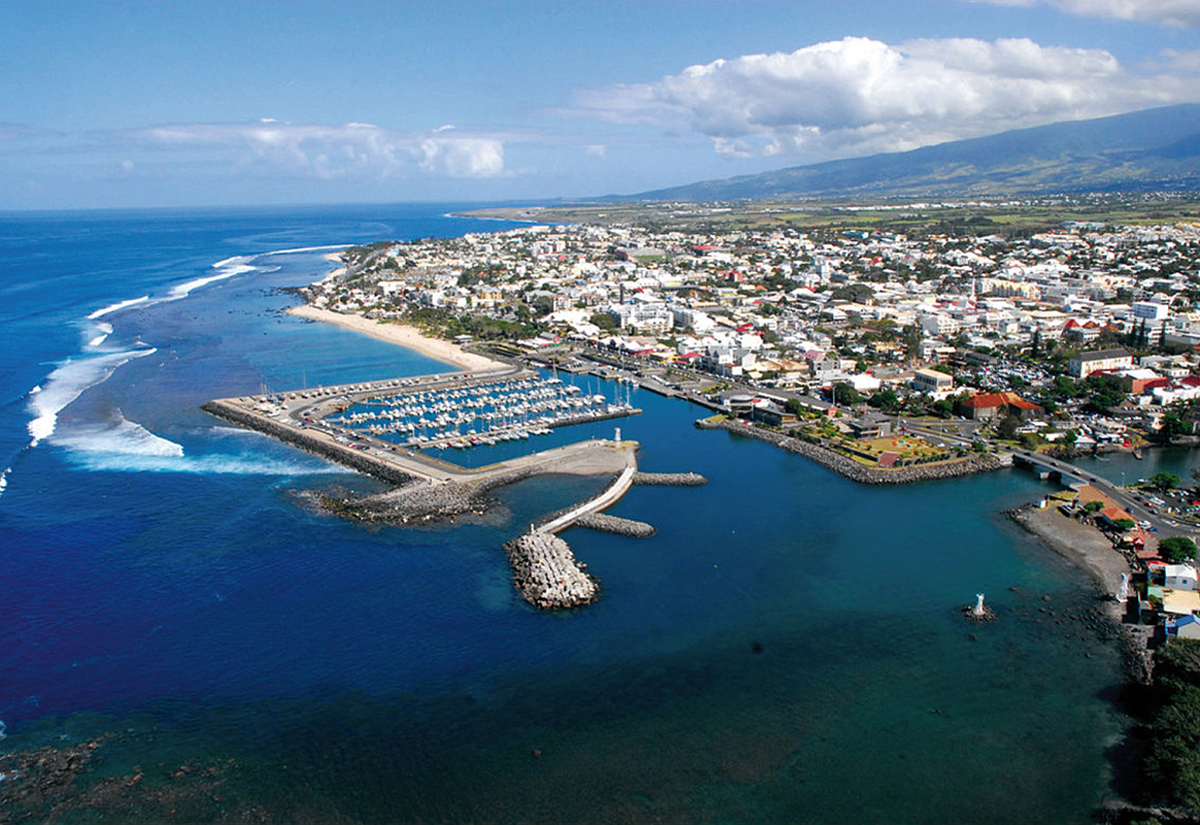
Le début du lagon de Saint-Pierre.
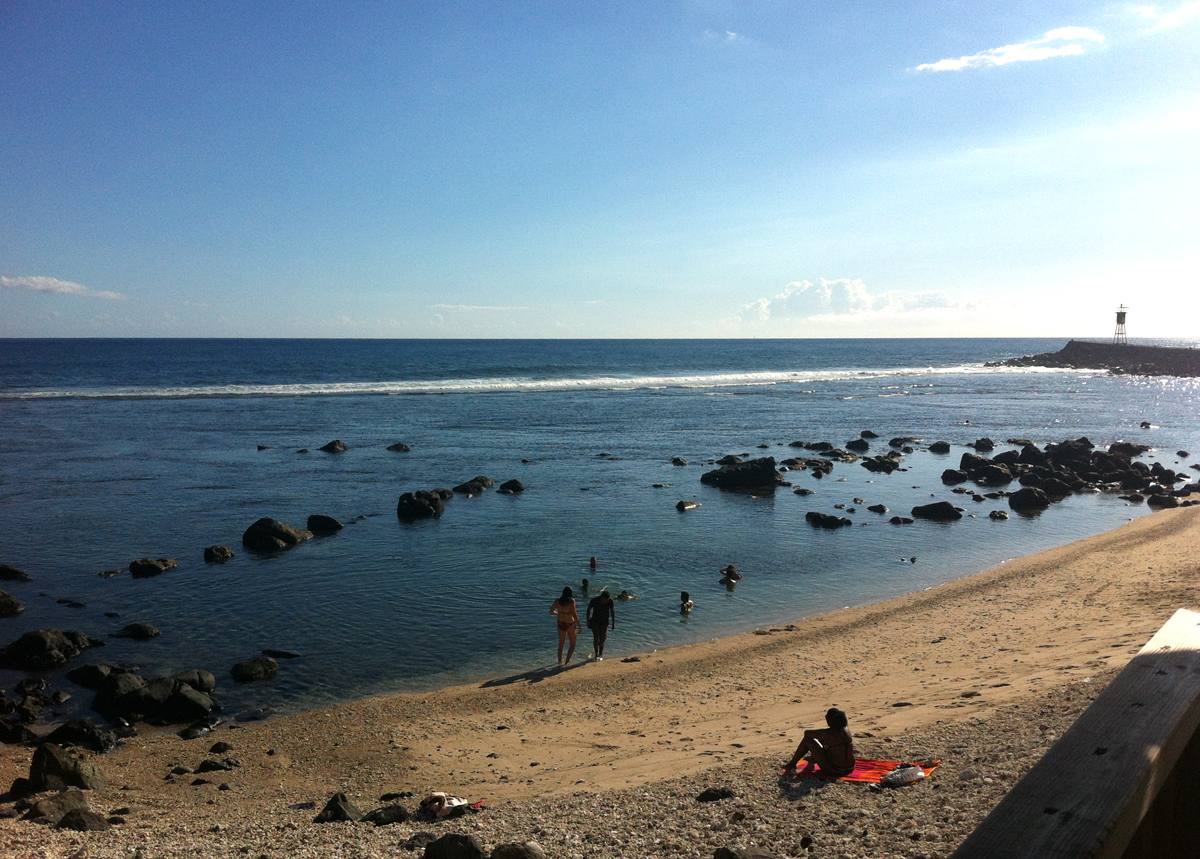
L’extrémité sud du lagon de St Pierre, à Terre Sainte.

## Reptiles
Les seuls reptiles marins présents à la Réunion sont des tortues. Le nombre d’espèces de tortues marines connues dans le monde est de sept ou huit, selon les spécialistes. Leur espérance de vie est de 80 ans en moyenne, et leur maturité sexuelle est tardive (jusqu’à 30 ans). Leurs aires d’alimentation et de ponte peuvent être éloignées de plusieurs milliers de kilomètres. Toutes les tortues marines sont considérées par l’UICN comme en danger, et la CITES interdit leur chasse et leur commercialisation.
Seules deux espèces ont été observées sur les côtes réunionnaises : la tortue verte (Chelonia mydas), et la tortue imbriquée (Eretmochelys imbricata) ; cependant on peut rencontrer au large la tortue caouanne (Caretta caretta), la tortue olivâtre (Lepidochelys olivacea) et la tortue luth (Dermochelys coriacea). La Réunion, ancienne aire de ponte, avait été désertée par les tortues du fait de la chasse et de l’occupation toujours plus dense du littoral. On observe un retour des pontes en nombre relativement élevé depuis 2004. Les juvéniles profitent de la nourriture et de la protection que leur offrent les eaux peu profondes des lagons pour terminer leur croissance en sécurité. La tortue verte y broute les herbiers de Syringodium isoetifolium, l’imbriquée se nourrit probablement d’éponges et d’algues. Elles font des allers et retours entre le lagon et les pentes externes, avant de s’installer sur les secondes. Les adultes n’ont jamais été observés dans les lagons. Les tortues sont suivies à La Réunion par un programme de photo-identification développé par l’Observatoire des tortues marines Kélonia. Ce programme s’inscrit dans un suivi international des tortues marines du sud-ouest de l’océan Indien. Il existe une charte d’approche des tortues.

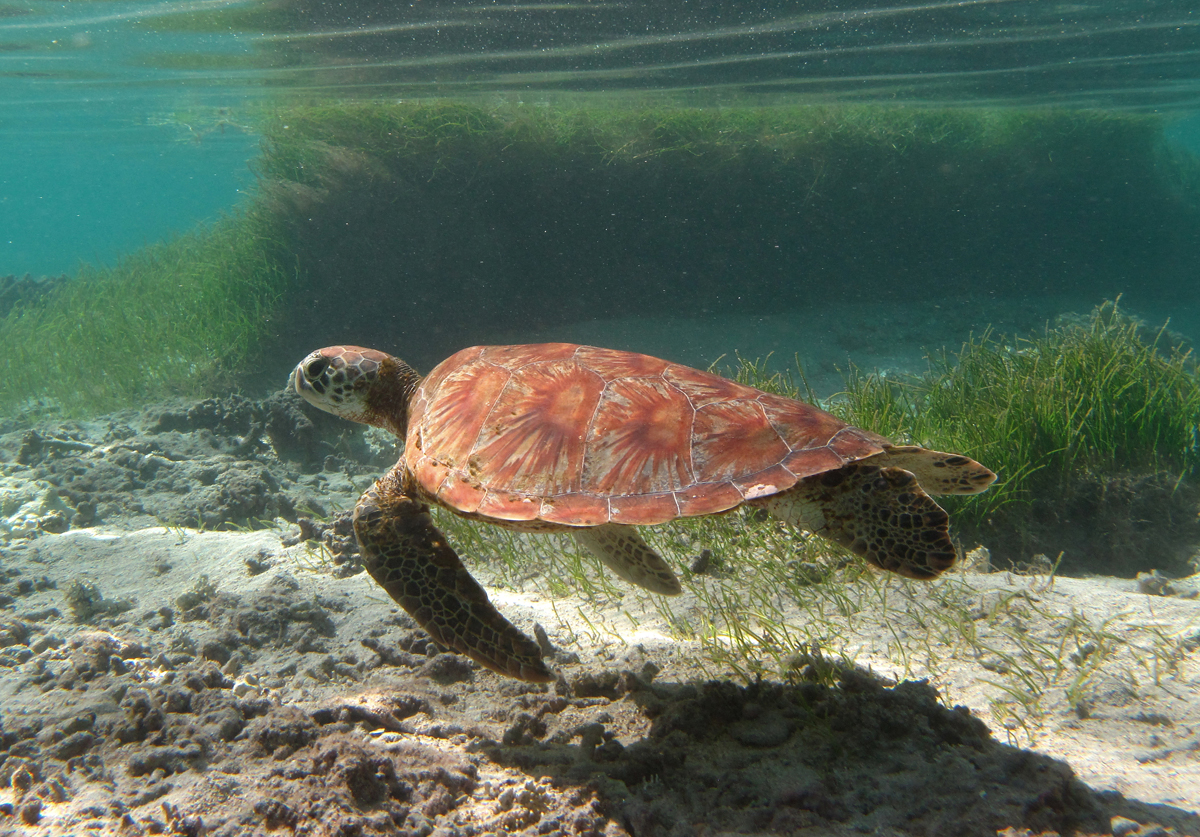
Tortue verte immature (Chelonia mydas).
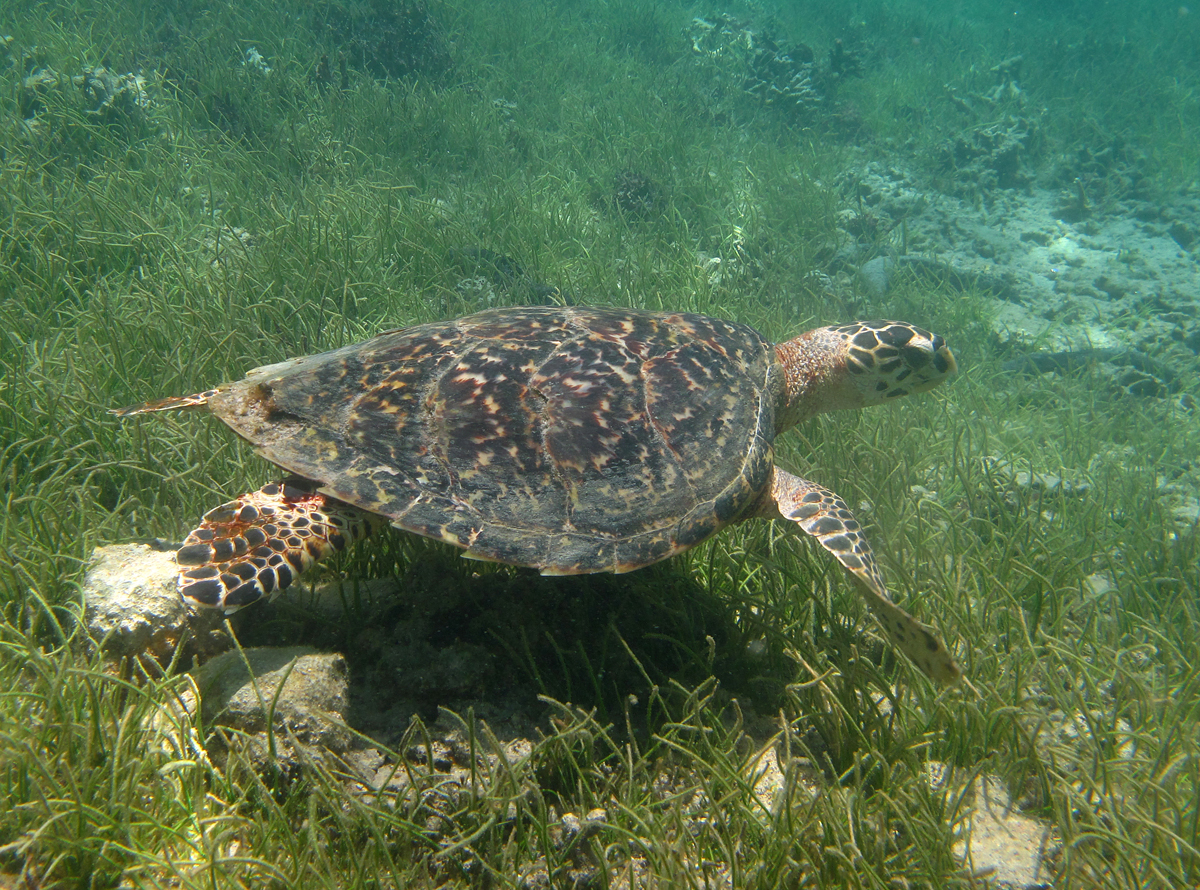
Tortue imbriquée immature (Eretmochelys imbricata).

## Poissons
De très nombreuses espèces de poissons trouvent refuge dans les récifs coralliens, qui leur donnent de multiples abris et une nourriture abondante et diversifiée. Certaines espèces ne s'y trouvent cependant que pendant leur stade juvénile, avant de rejoindre des eaux plus profondes à la maturité.
D’autres encore font des incursions sporadiques dans les lagons, généralement autour des passes, puis rejoignent les pentes.
D'un point de vue scientifique, la classe des Pisces (mot latin signifiant « poissons »), fonctionnelle dans la systématique héritée de Carl von Linné, a été abandonnée par les classifications modernes du vivant : cette classe a été divisée en trois classes de vertébrés marins (Agnathes, Chondrichthyens et Ostéichthyens), et il faut noter que pour la classification phylogénétique le terme de poisson ne peut plus avoir aucun sens. Les populations de poissons ne sont pas également réparties : on estime que 50 % des poissons occupent 17 % des océans. La Réunion, avec au moins 1 090 espèces, est d’une richesse enviable de ce point de vue.

### Raiesetrequins
Les requins n'entrent que très exceptionnellement dans les lagons réunionnais (grandes marées, houles importantes). Surpris ensuite par la faible profondeur à marée basse ils cherchent à en sortir et, stressés, ne développent pas de comportements alimentaires ni territoriaux, et ne sont donc pas agressifs. Cependant, un jeune requin bouledogue (Carcharhinus leucas) de moins d’un mètre s'est sédentarisé quelques semaines près de la passe dans le lagon de l’Hermitage début 2017, et a été prélevé par les autorités.
Il n’y a jamais eu d’incident à déplorer avec des squales dans les lagons de La Réunion.

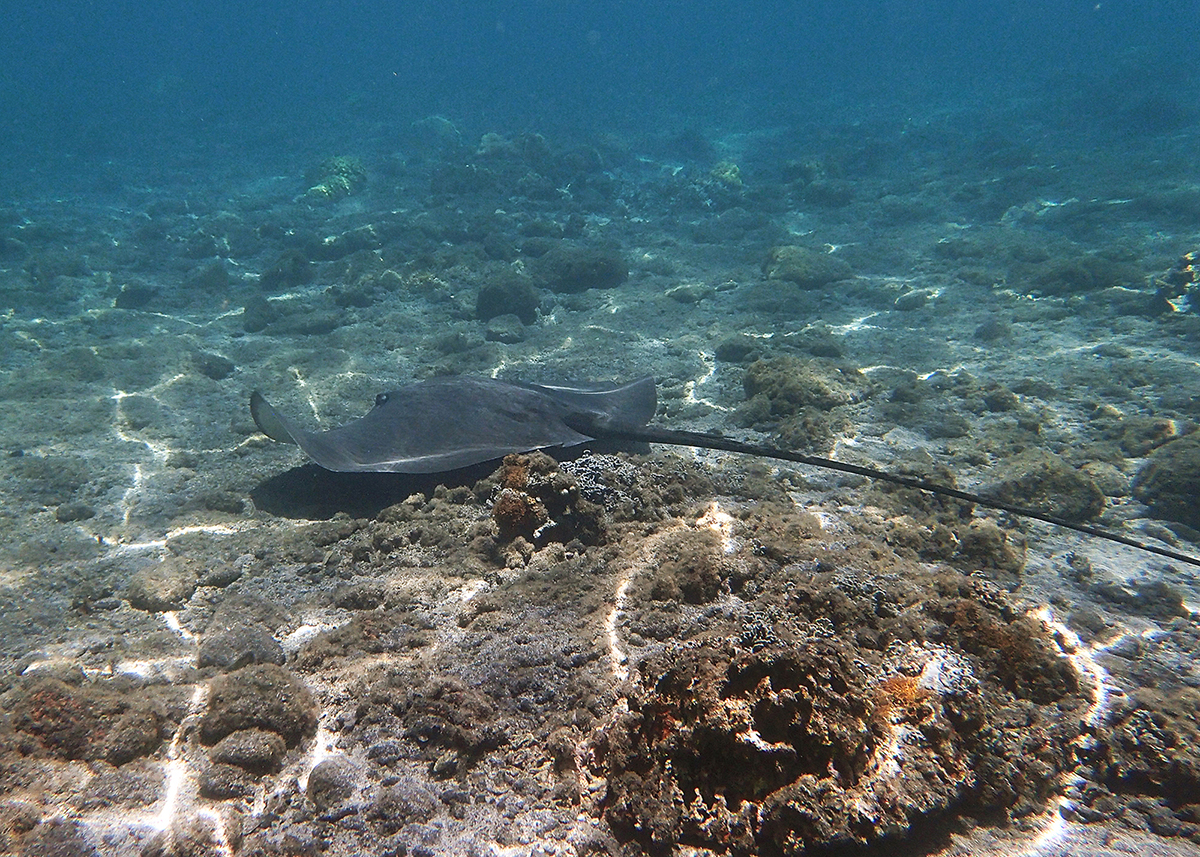
Raie fouet (peut-être Bathytoshia lata?)
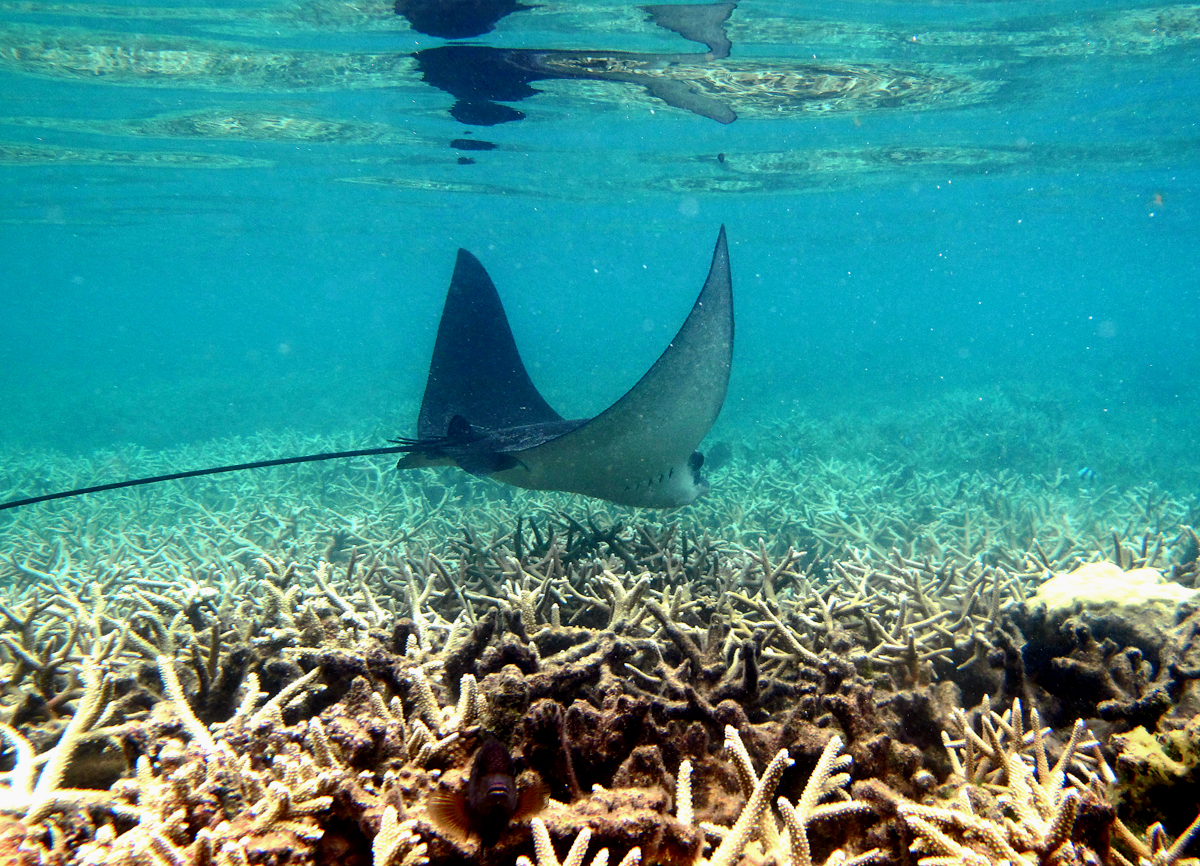
Raie aigle (Myliobatis aquila)
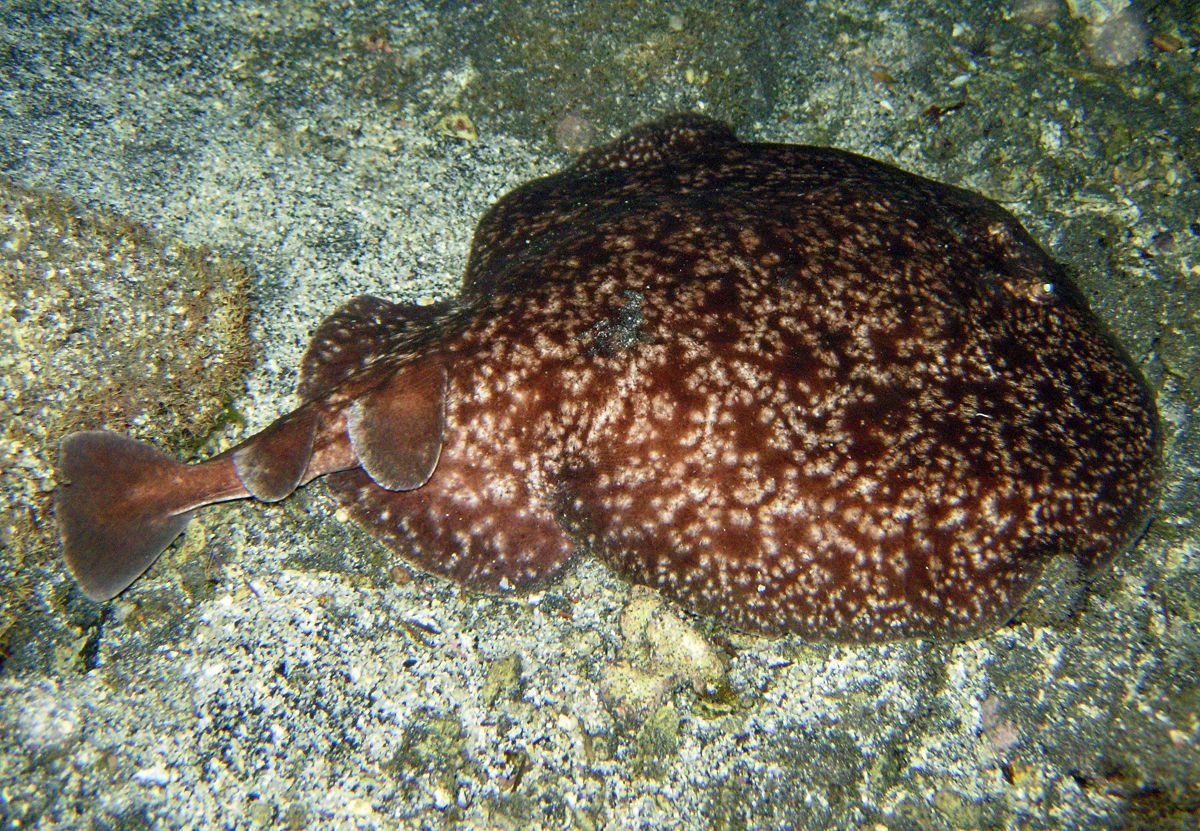
Une torpille à points noirs (Torpedo fuscomaculata)

### Poissons téléostéens
L’infra-classe des Téléostéens (du grec « téléios », achevé, et « osteon », os) regroupe les poissons osseux dont le squelette est entièrement ossifié. Ils sont caractérisés notamment par une nageoire caudale qui n’est qu’apparemment symétrique (la colonne vertébrale s’achève dans le lobe supérieur), et un grand nombre d’entre eux l’est de surcroît par une mâchoire dont l’articulation leur permet de projeter leur bouche vers la proie, créant ainsi un flux aspirant qui la gobe. Les téléostéens regroupent 96 % des espèces de poissons et 47 % des vertébrés actuels.

#### Poissons serpentiformes(«Elopomorphes»:anguilles,murènes,congres)
Comme l’indique l’adjectif, les poissons serpentiformes ont l’aspect morphologique et souvent le type de déplacement d’un serpent, mais là s’arrête leur rapport avec les reptiles ophidiens. Il n’y aucun serpent marin dans les lagons de La Réunion.

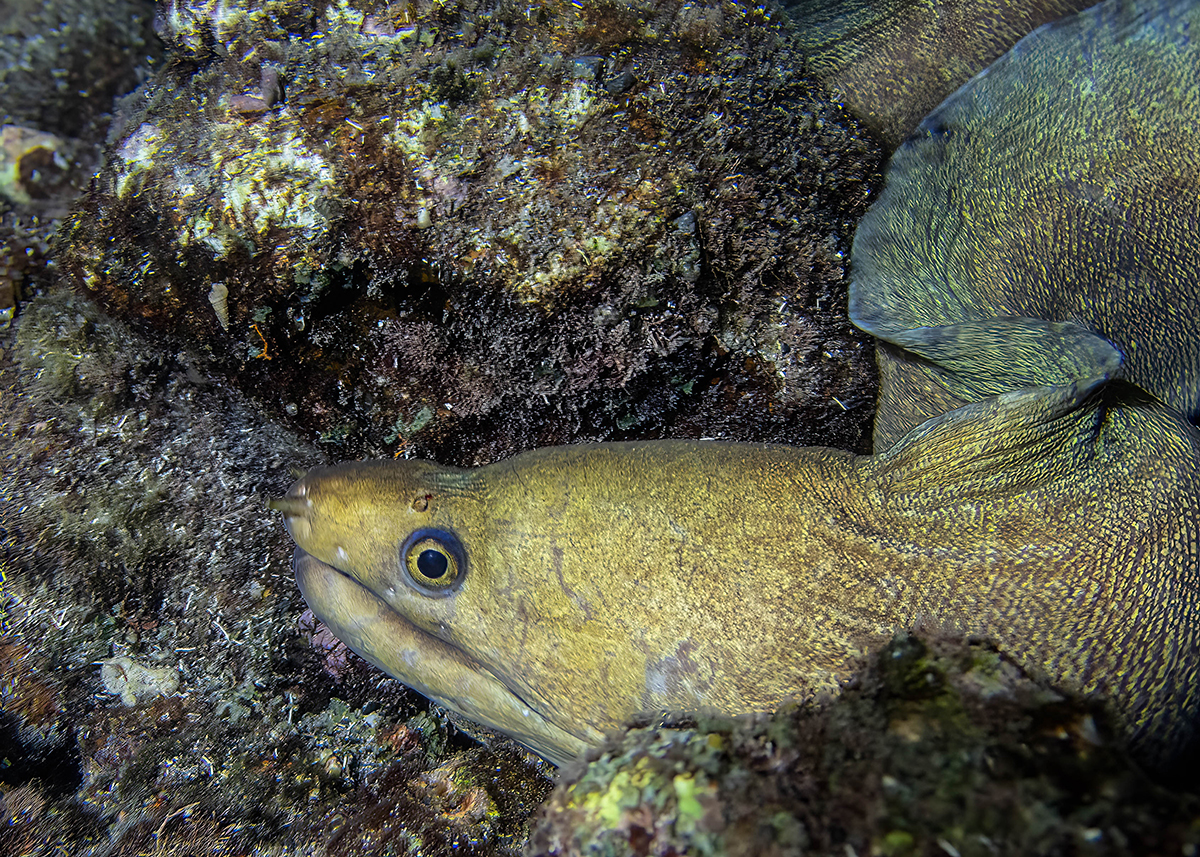
Murène tachetée (Echidna delicatula)
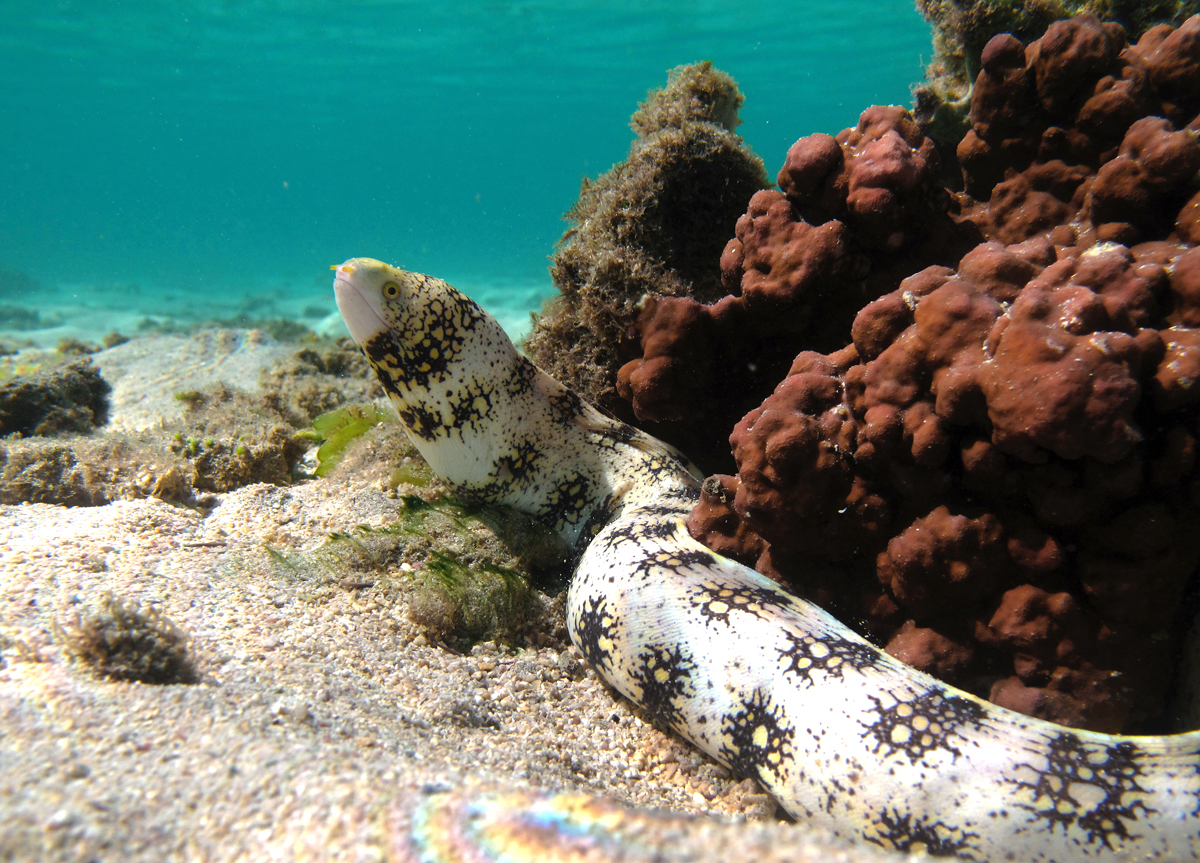
Murène étoilée (Echidna nebulosa)
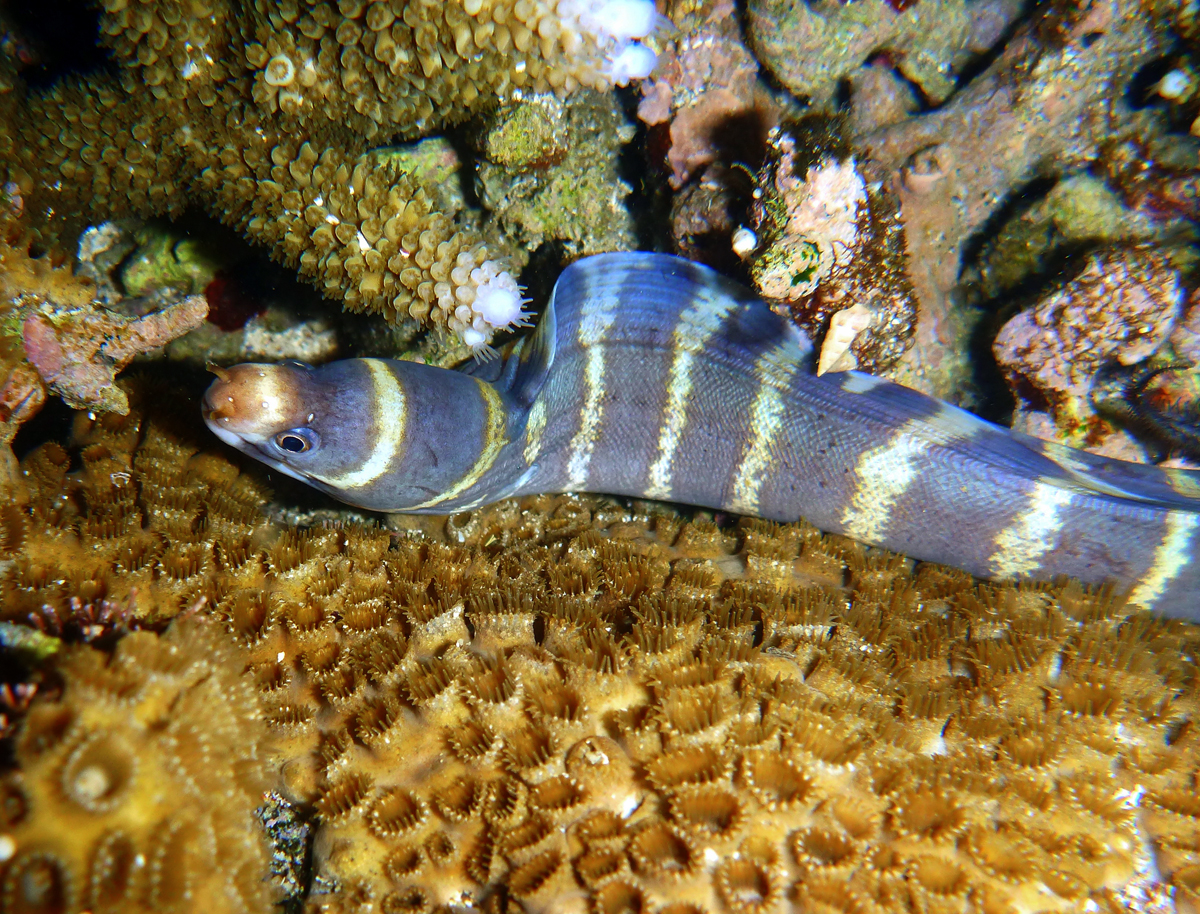
Murène à barres (Echidna polyzona)
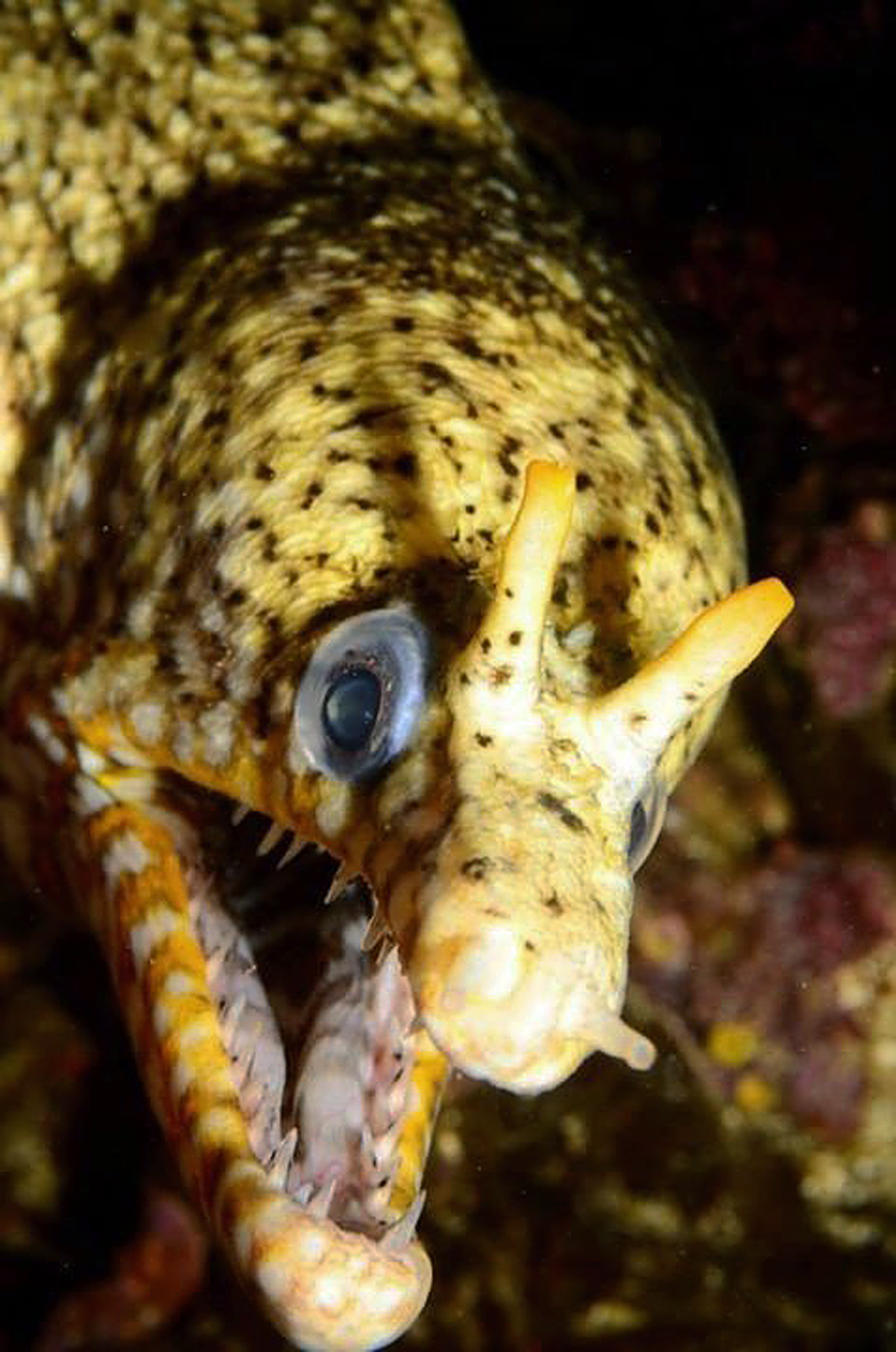
Murène dragon (Enchelycore pardalis), rarissime dans les lagons
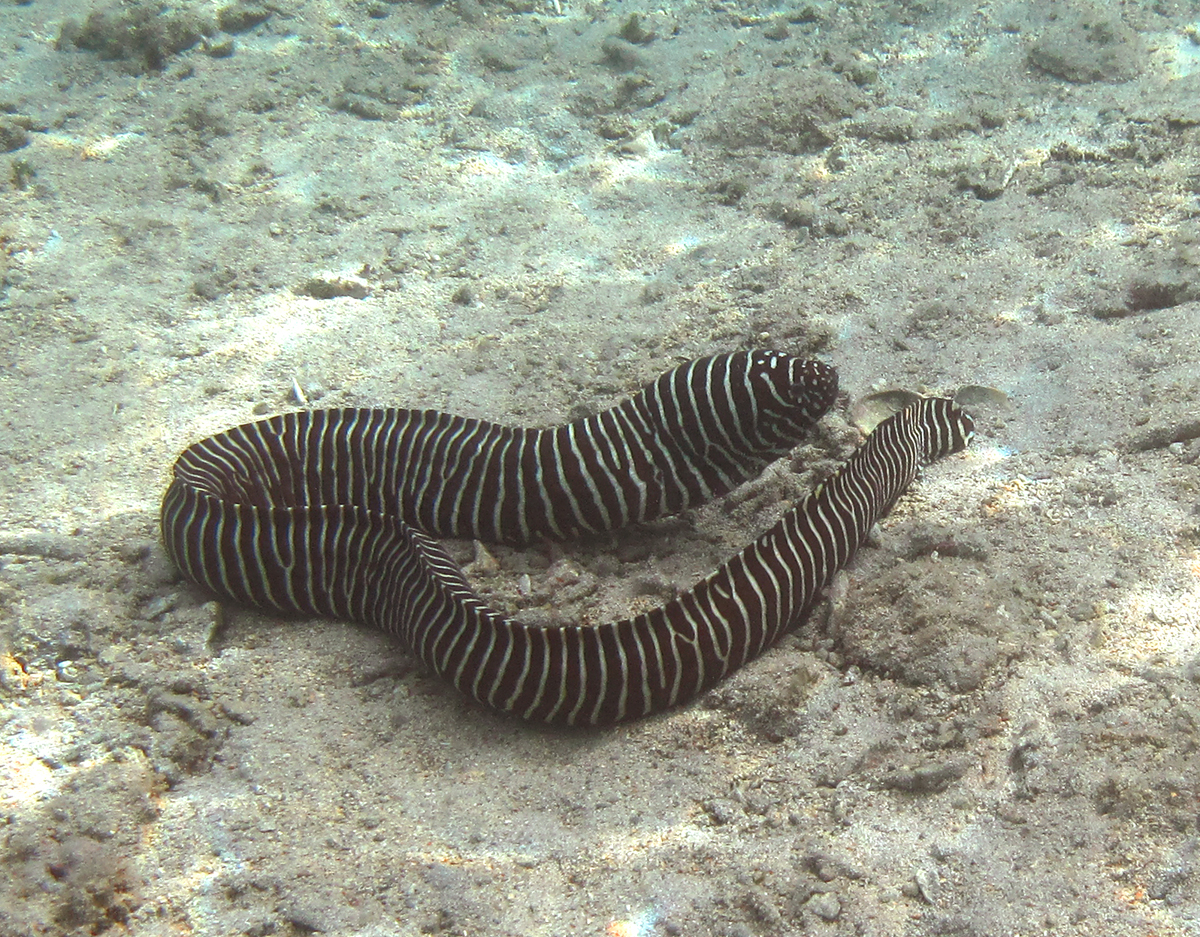
Murène zébrée (Gymnomuraena zebra)
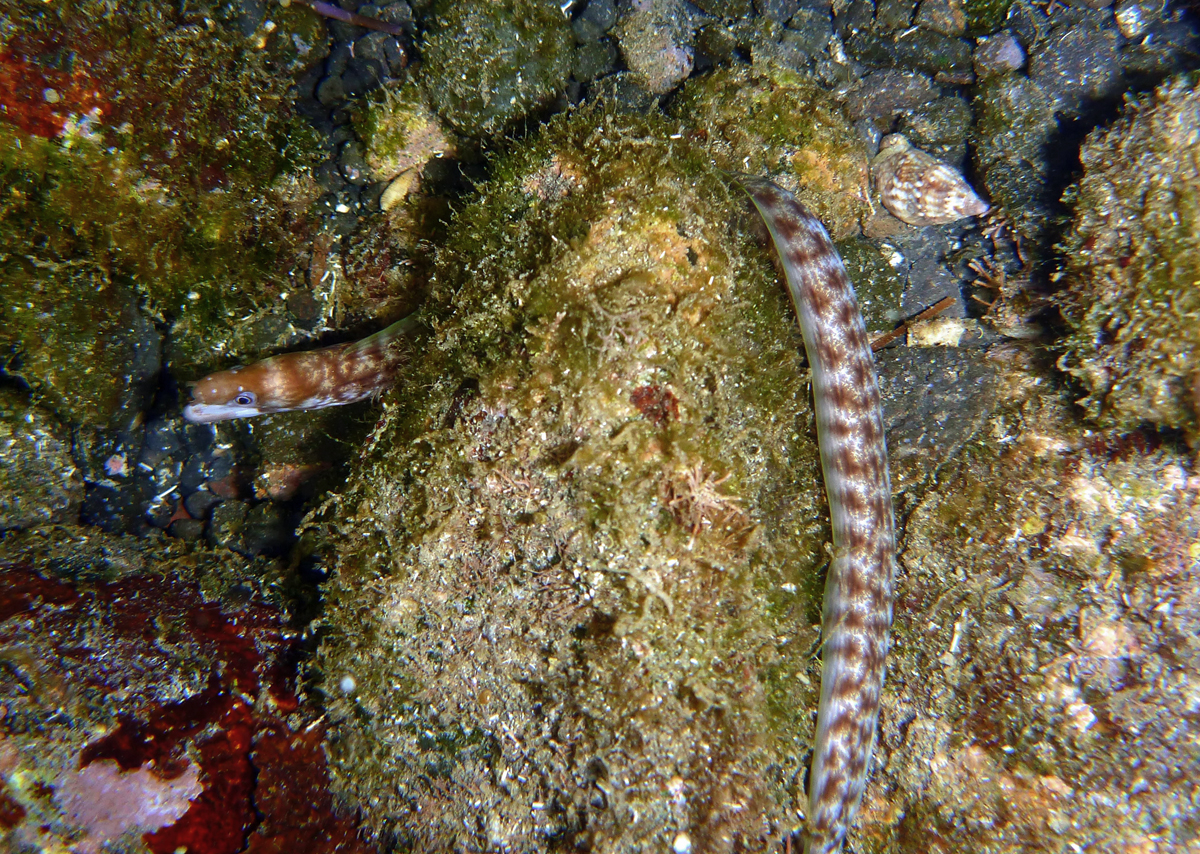
Murène à lèvres ponctuées (Gymnothorax chilospilus)
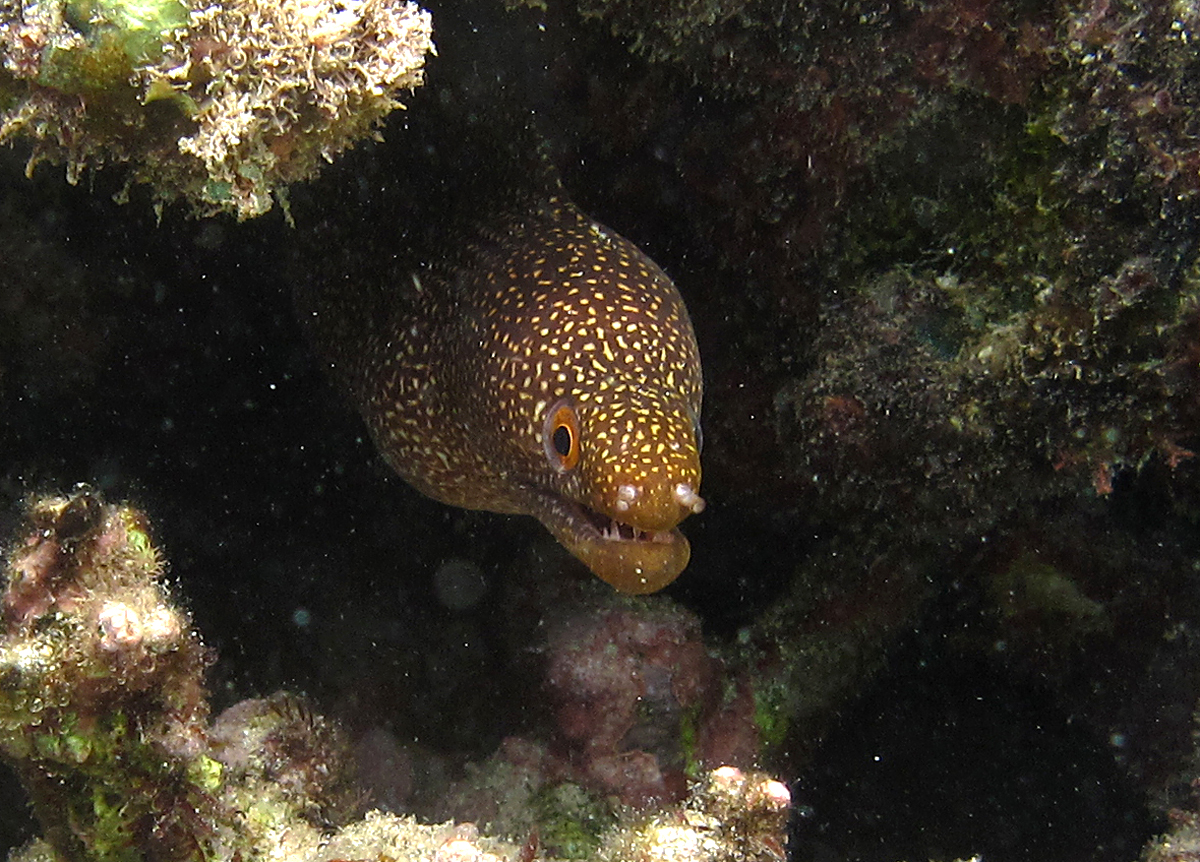
Murène Gymnothorax eurostus
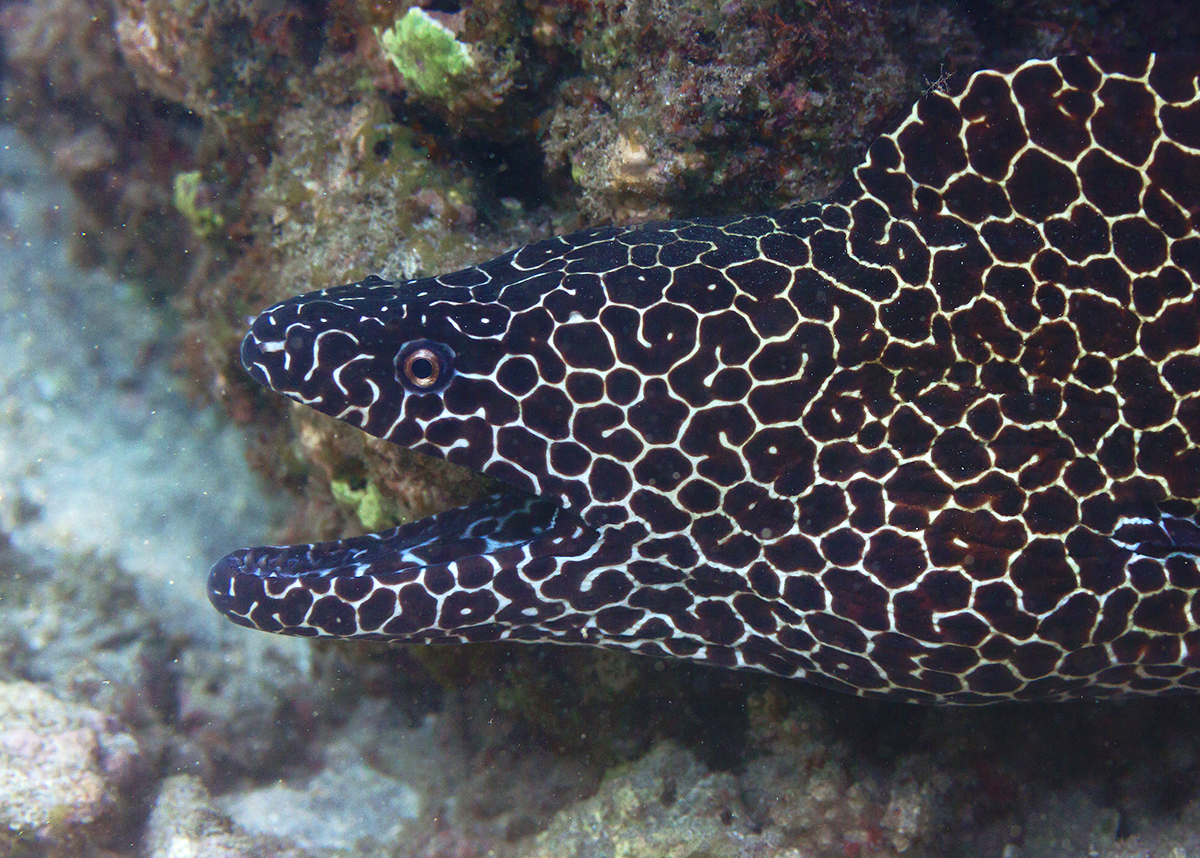
Murène léopard (Gymnothorax favagineus)
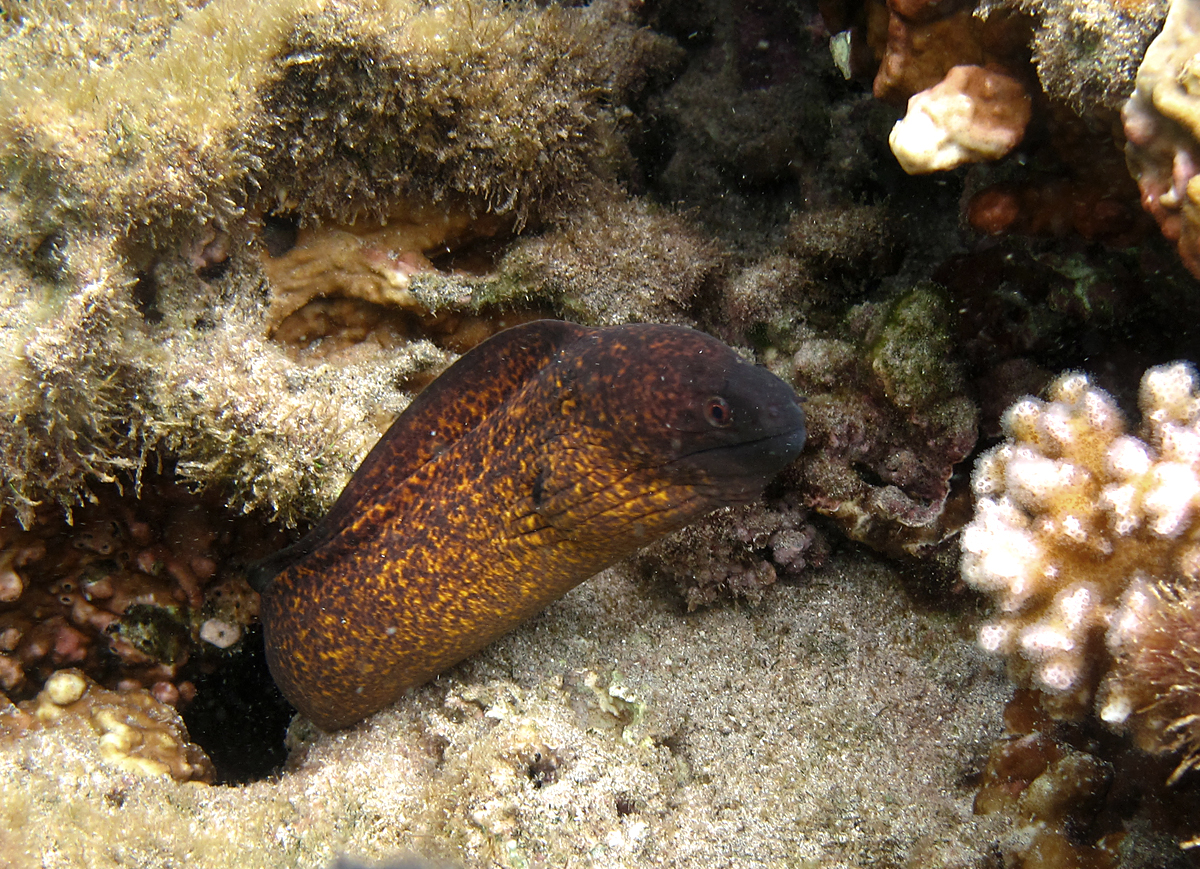
Murène à taches jaunes (Gymnothorax flavimarginatus)
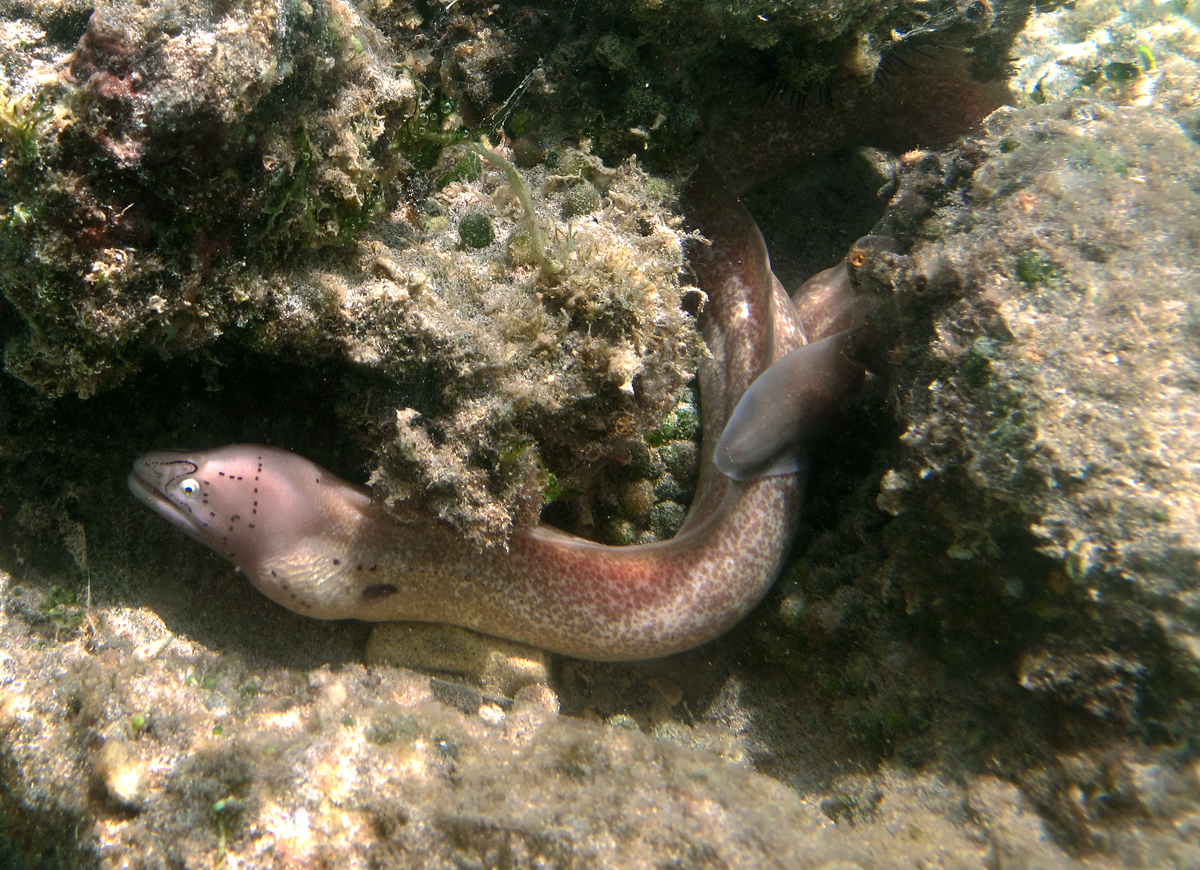
Murène tatouée (Gymnothorax griseus)
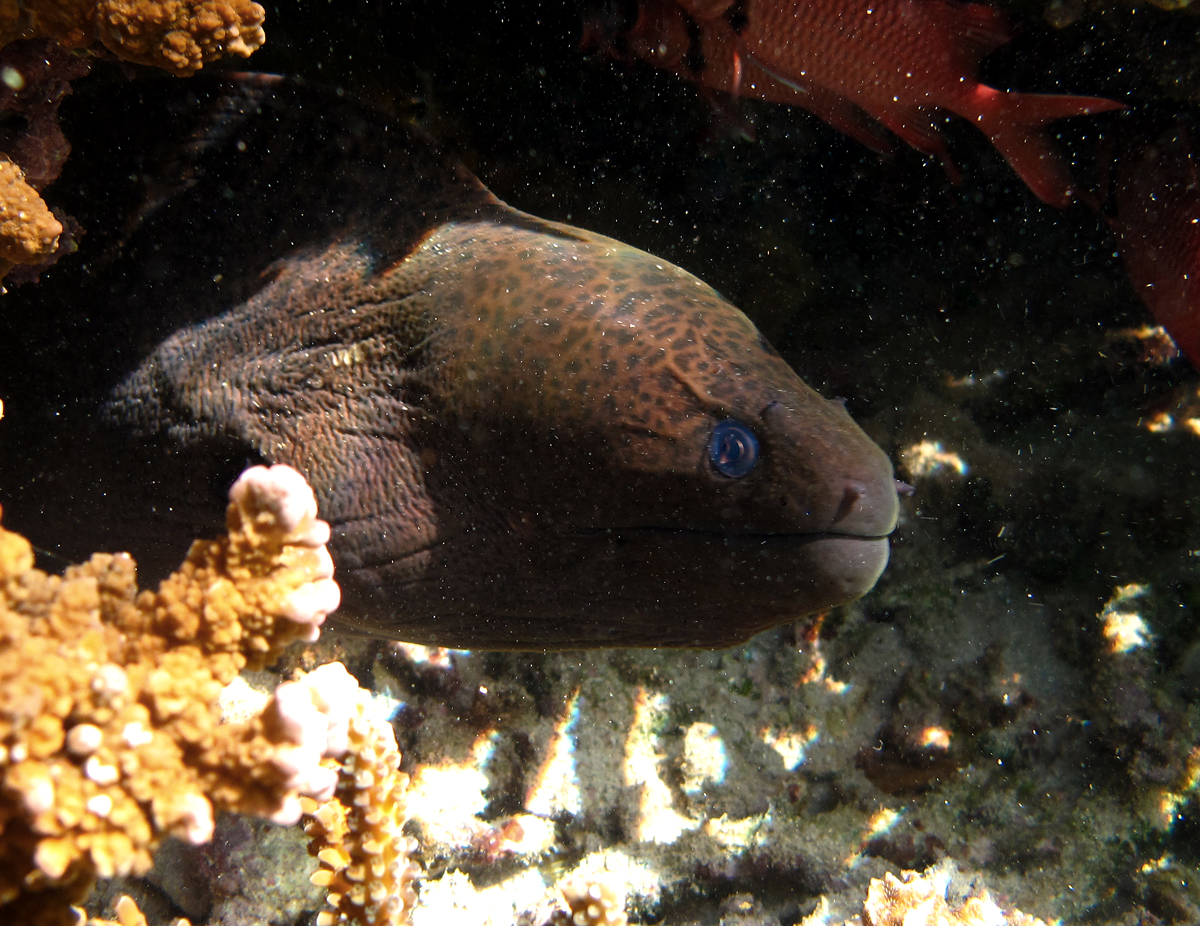
Murène de Java (Gymnothorax javanicus)
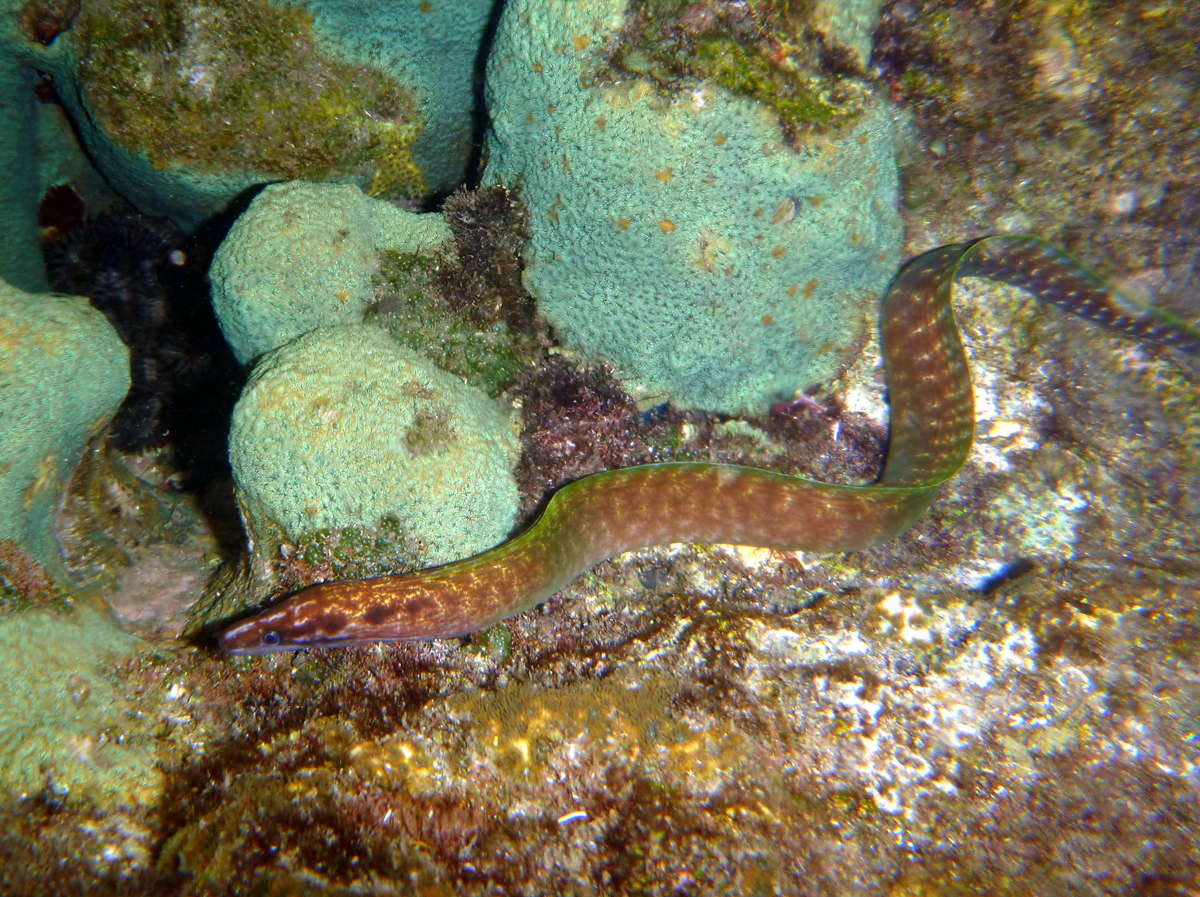
Gymnothorax margaritophorus
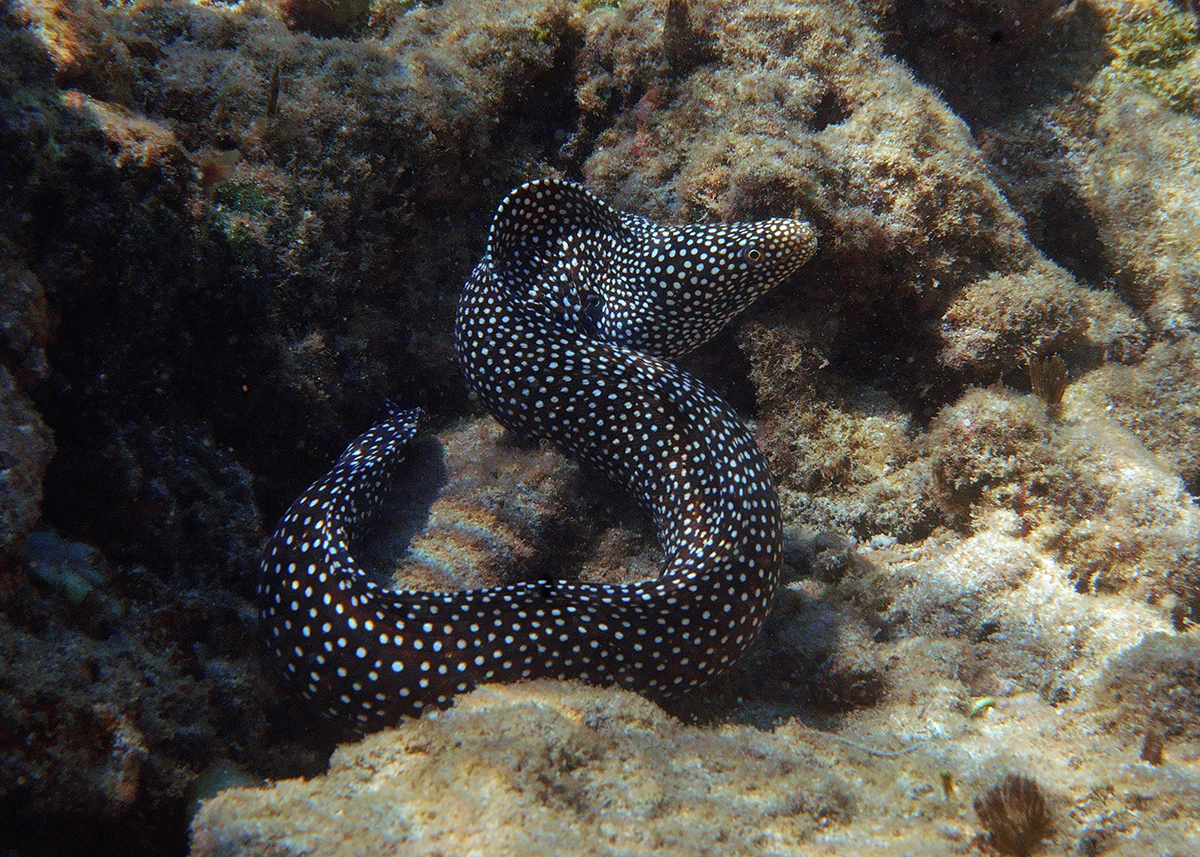
Murène ponctuée (Gymnothorax meleagris)
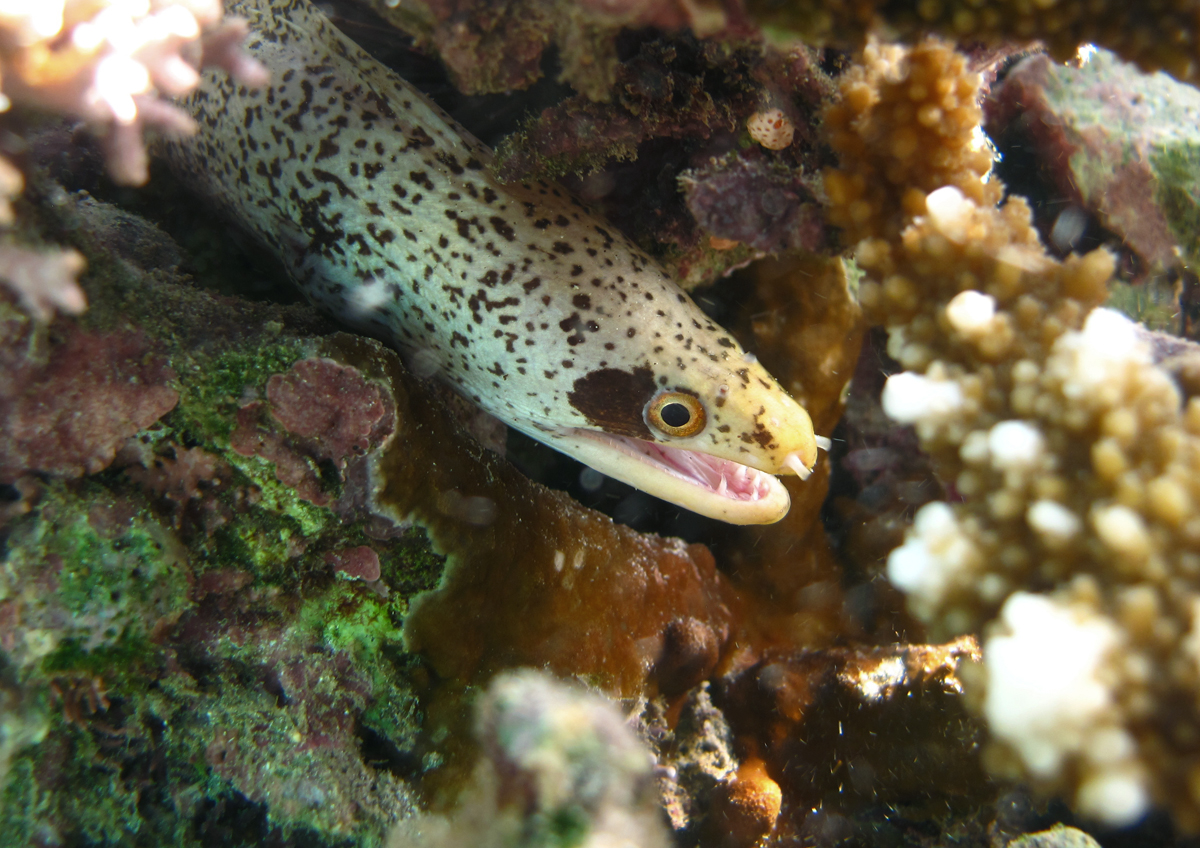
Murène poivrée (Gymnothorax pictus) juvénile
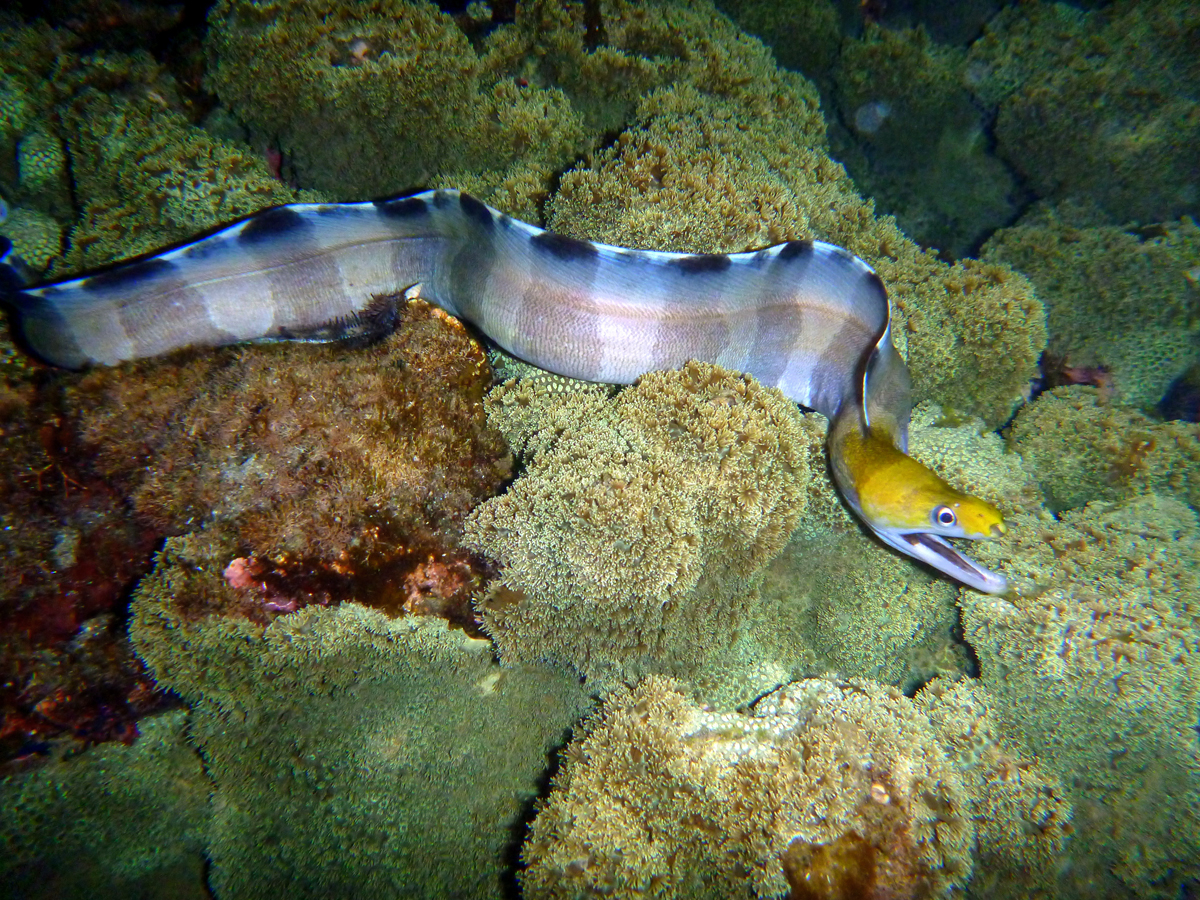
Gymnothorax rueppelliae
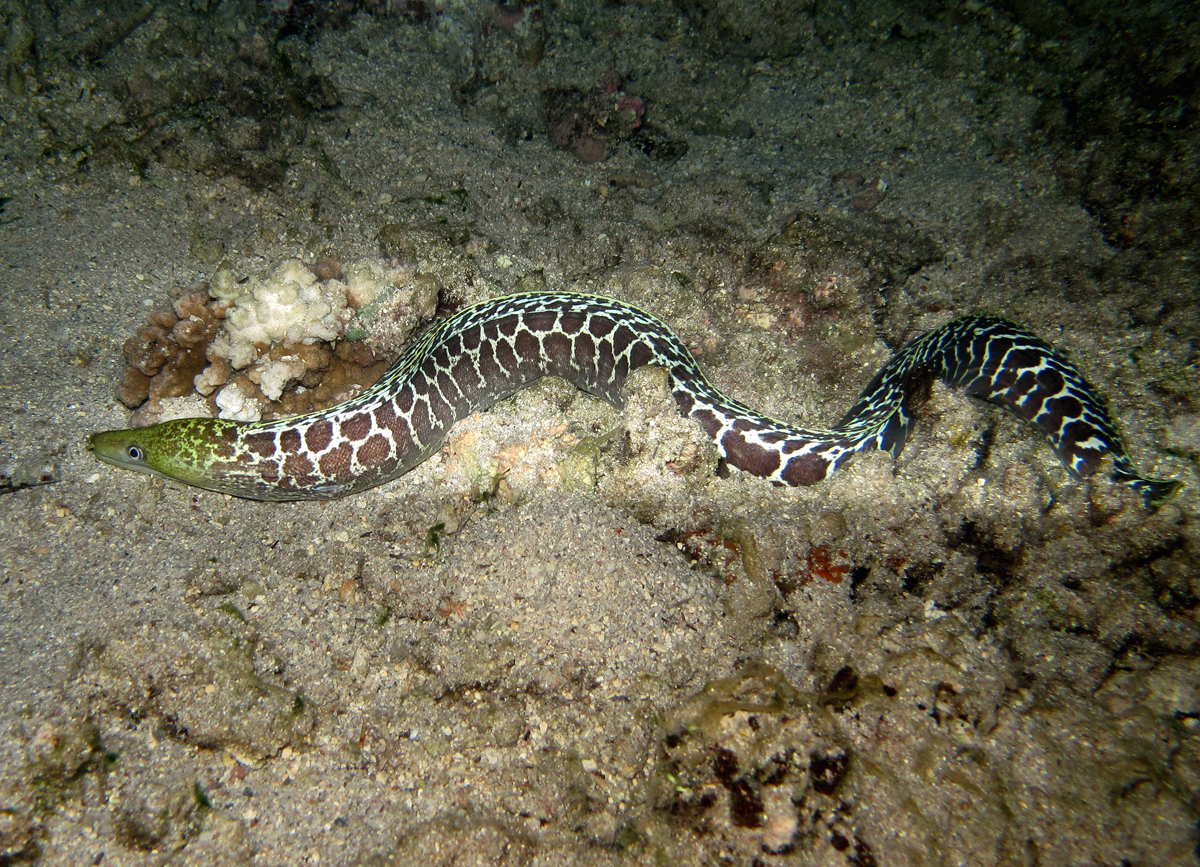
Murène ondulante (Gymnothorax undulatus)
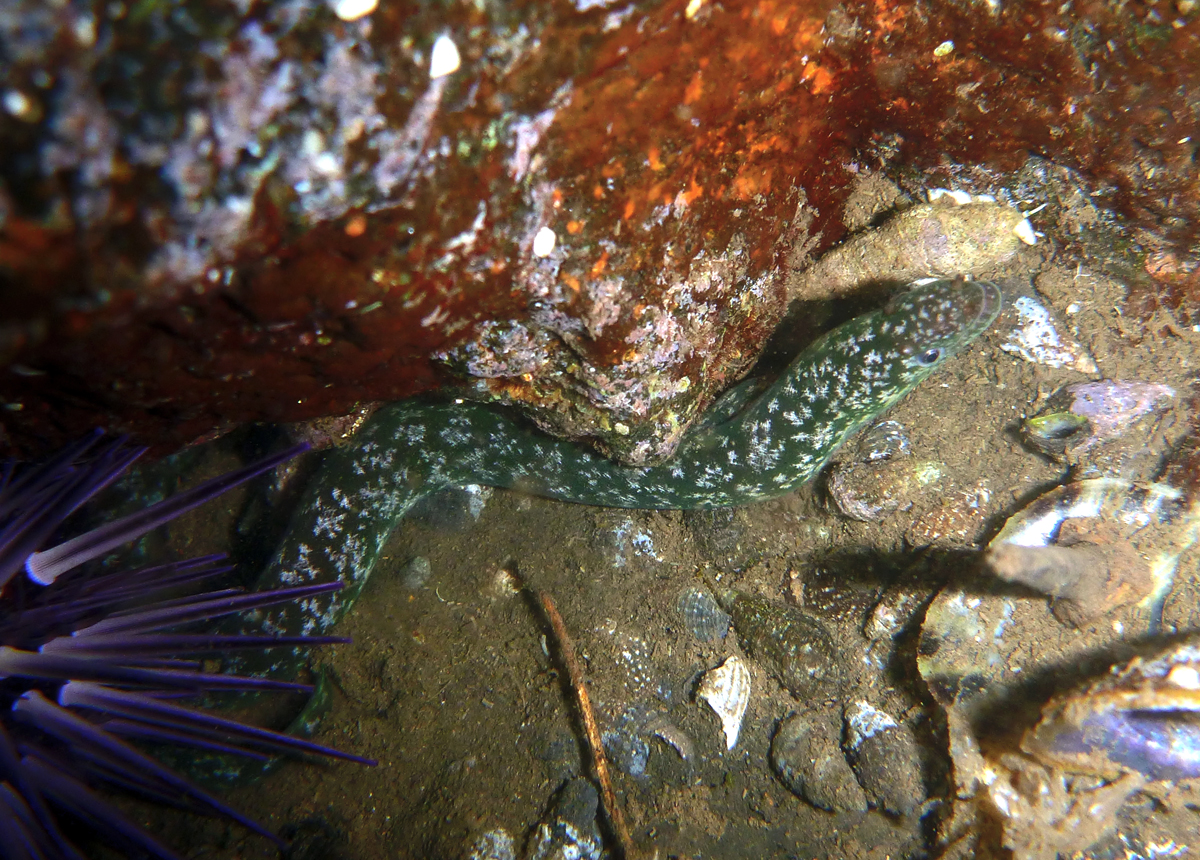
Uropterygius xanthopterus
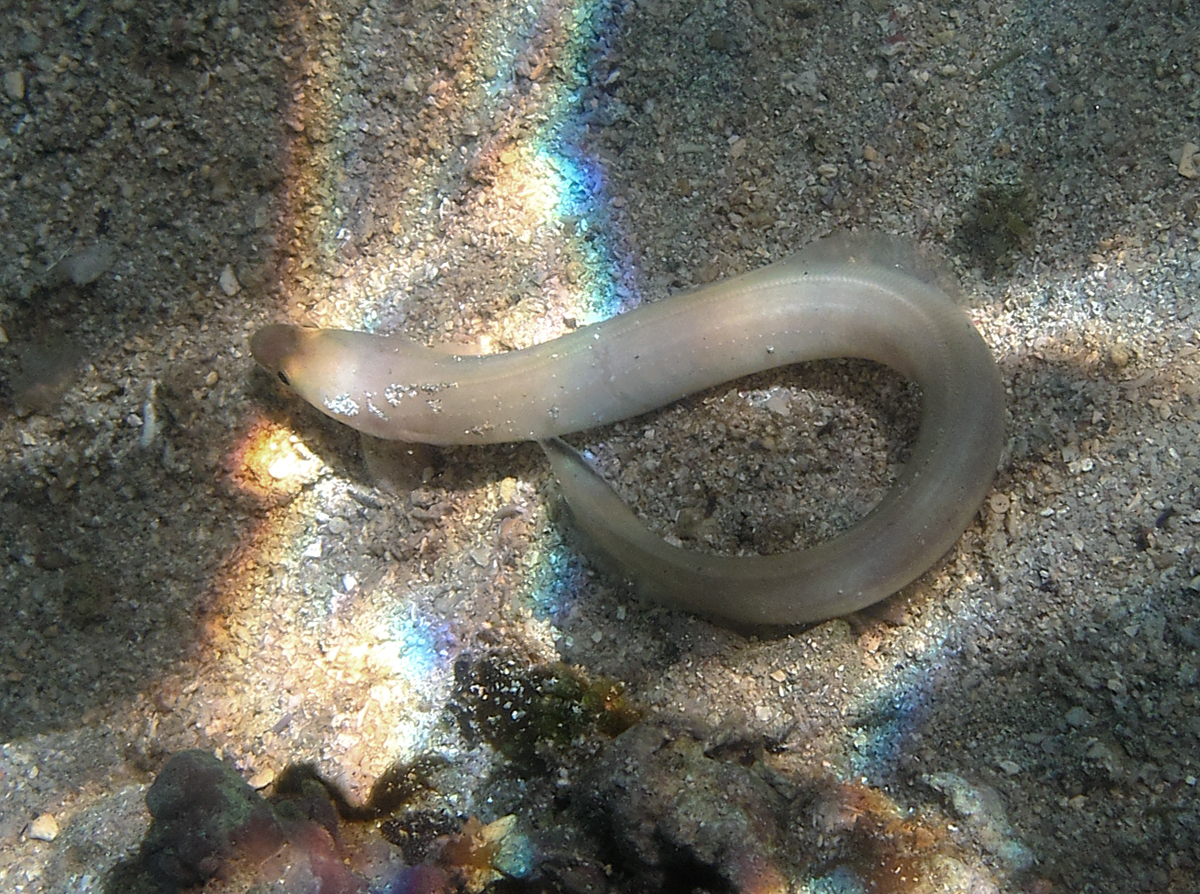
Congre de sable argenté (Ariosoma anago) juvénile?
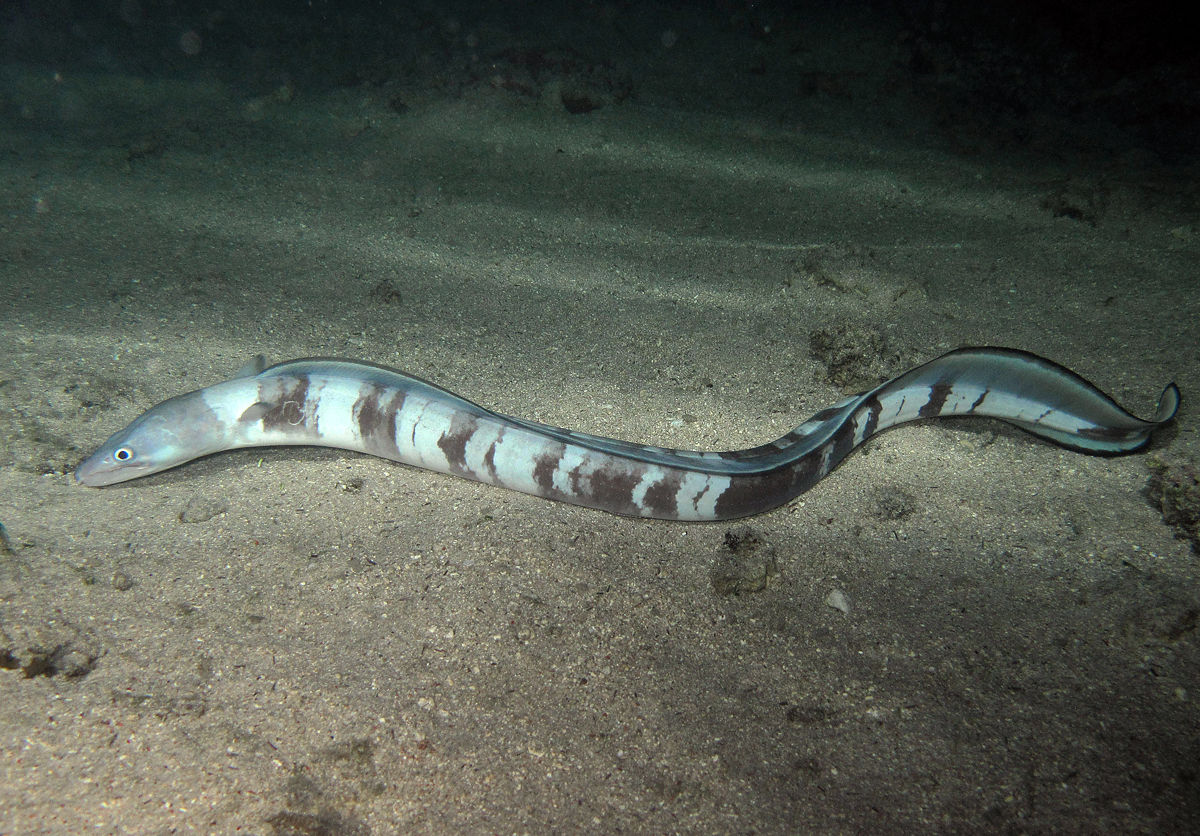
Congre à moustaches (Conger cinereus), de nuit.
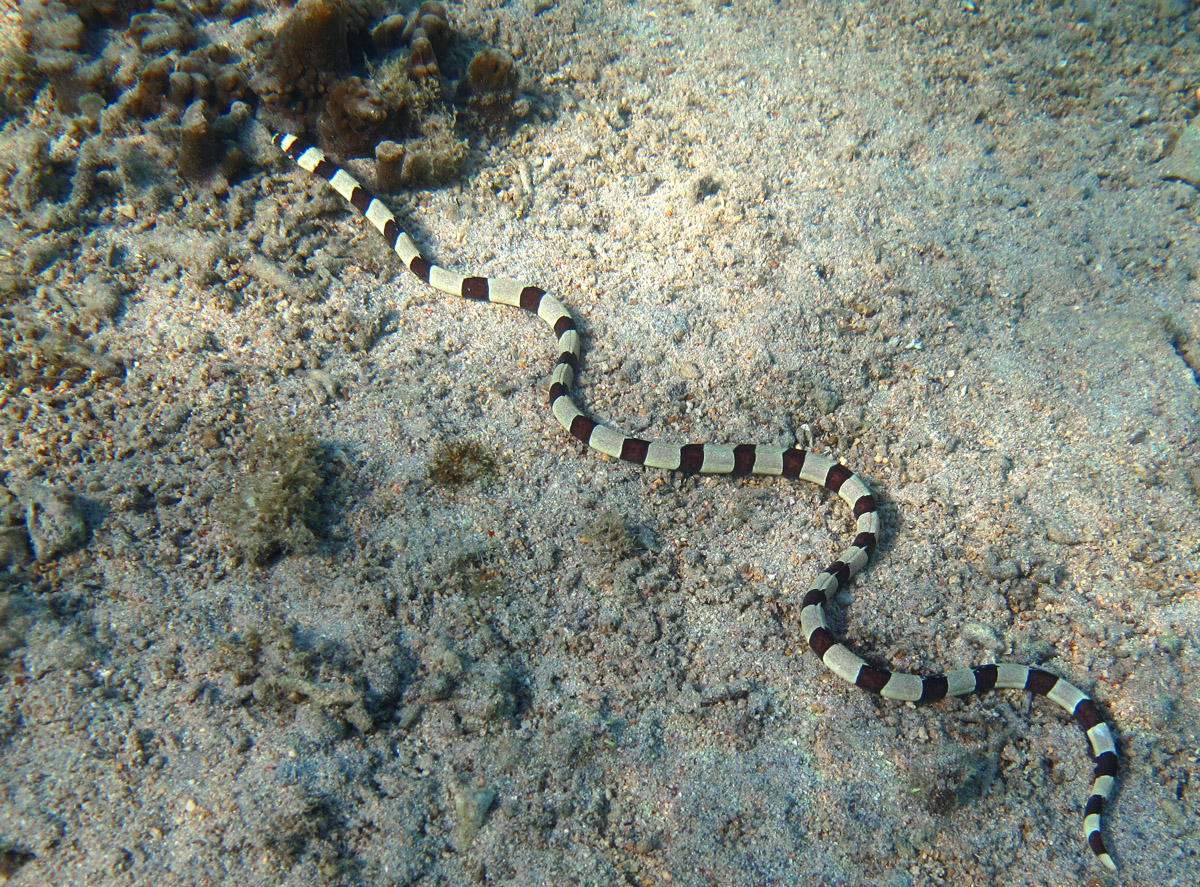
Anguille-serpent à bandes (Myrichthys colubrinus)
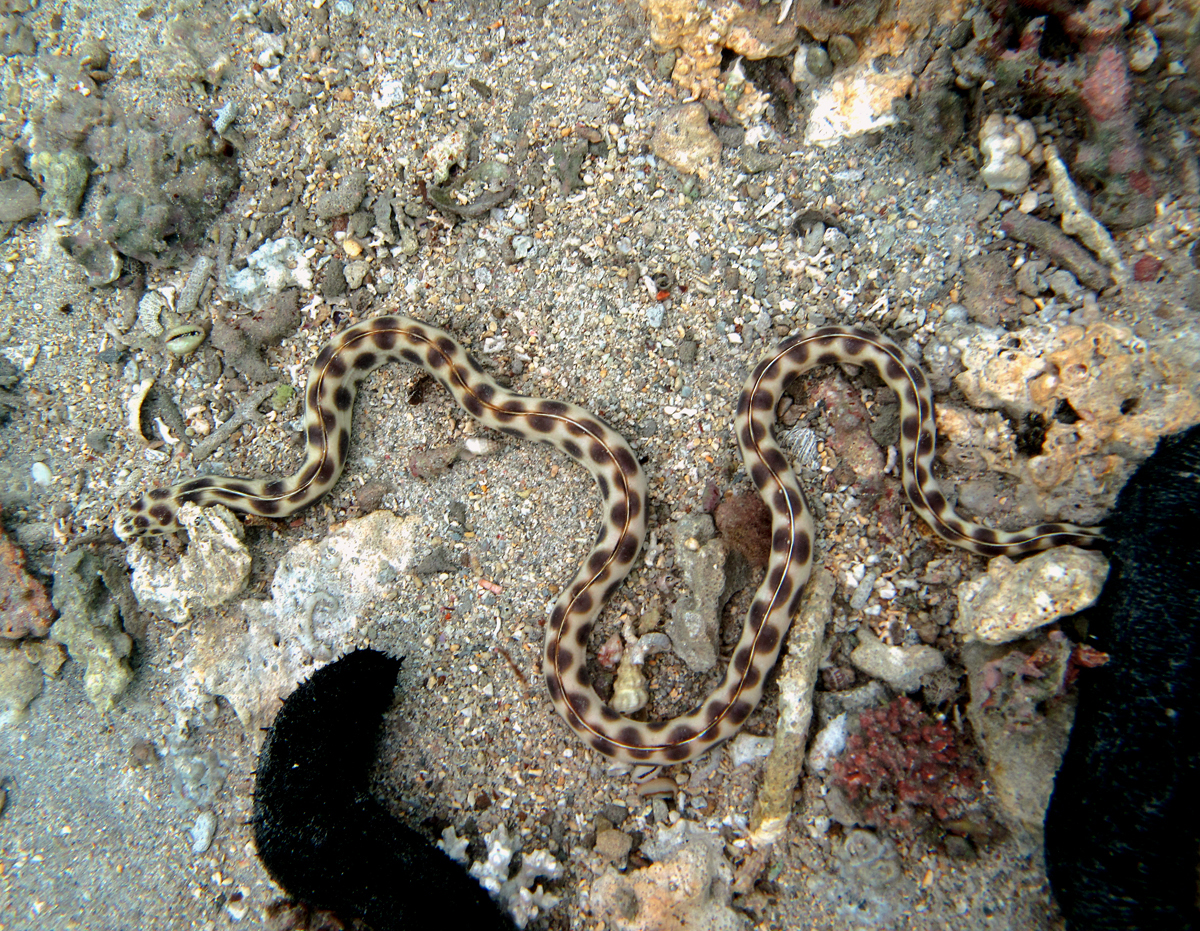
Anguille-serpent maculée (Myrichthys maculosus)

#### PoissonsSiluriformes
Les poissons siluriformes regroupent les poissons-chats et les silures. Ils se distinguent des autres ordres par des caractéristiques du crâne et de la vessie natatoire. La plupart des espèces vivent en eaux douces ou saumâtres.

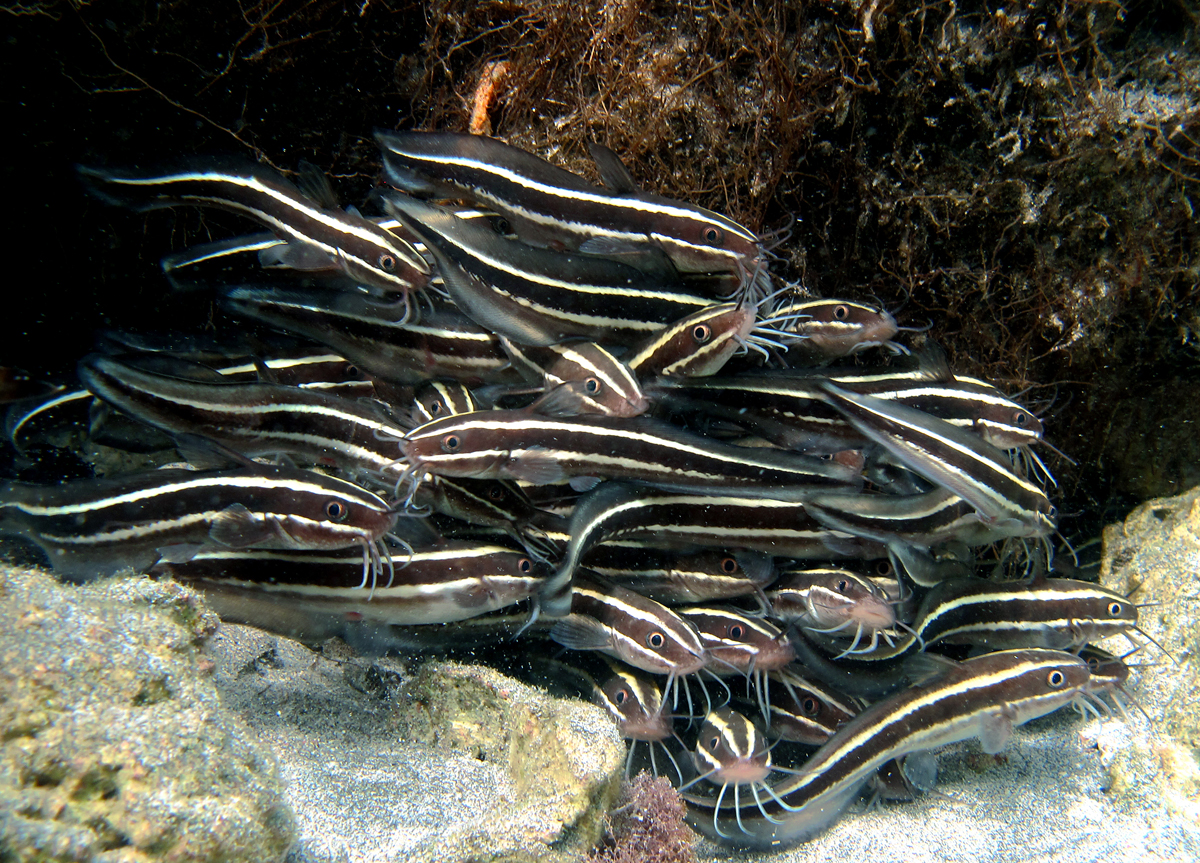
Poissons-chats rayés (Plotosus lineatus)

#### PoissonsAulopiformes
Les poissons aulopiformes sont caractérisés par la structure de leurs branchies. Le nom de l’ordre est formé par le mot grec « aulos », qui signifie tuyau, flûte, et le mot latin « forma », forme, en référence à la forme allongée de certains d’entre eux. Ce sont tous des prédateurs.

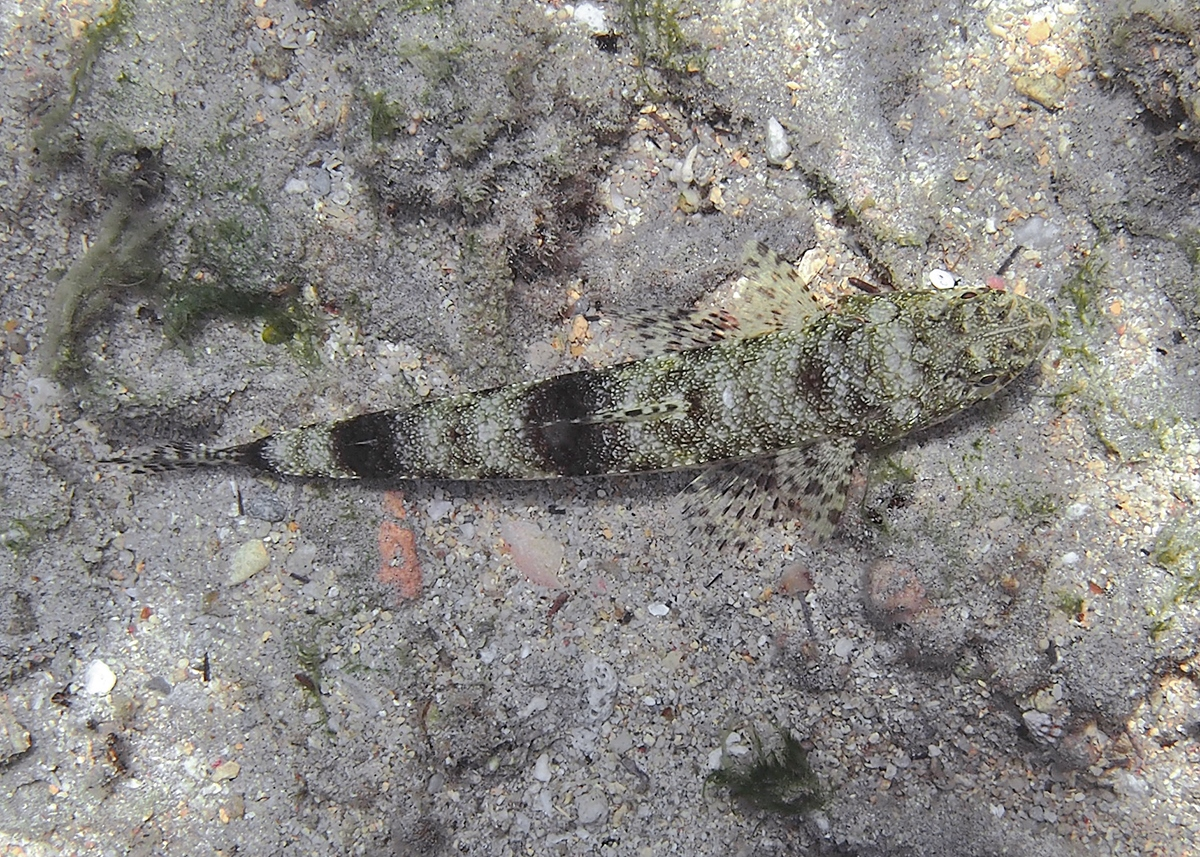
Poisson-lézard (Saurida gracilis)
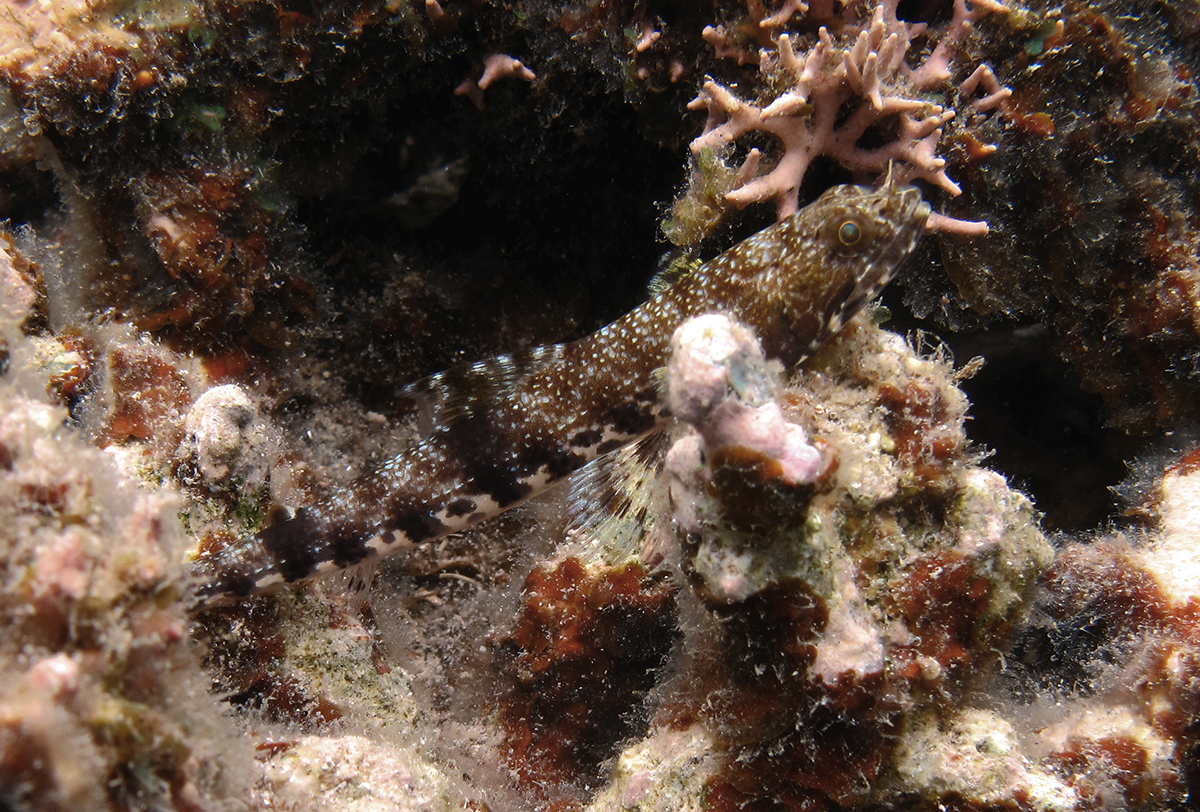
Poisson-lézard nébuleux (Saurida nebulosa)
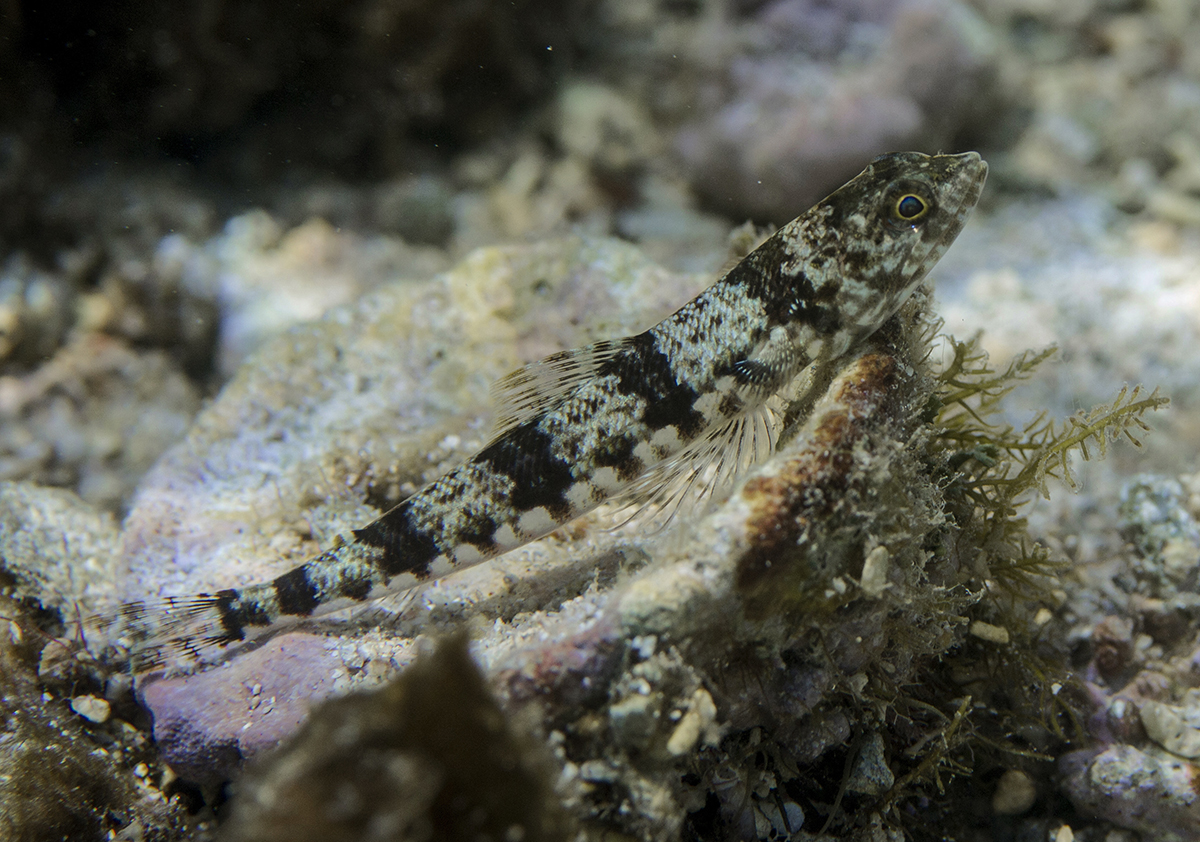
Poisson-lézard à deux taches (Synodus binotatus)
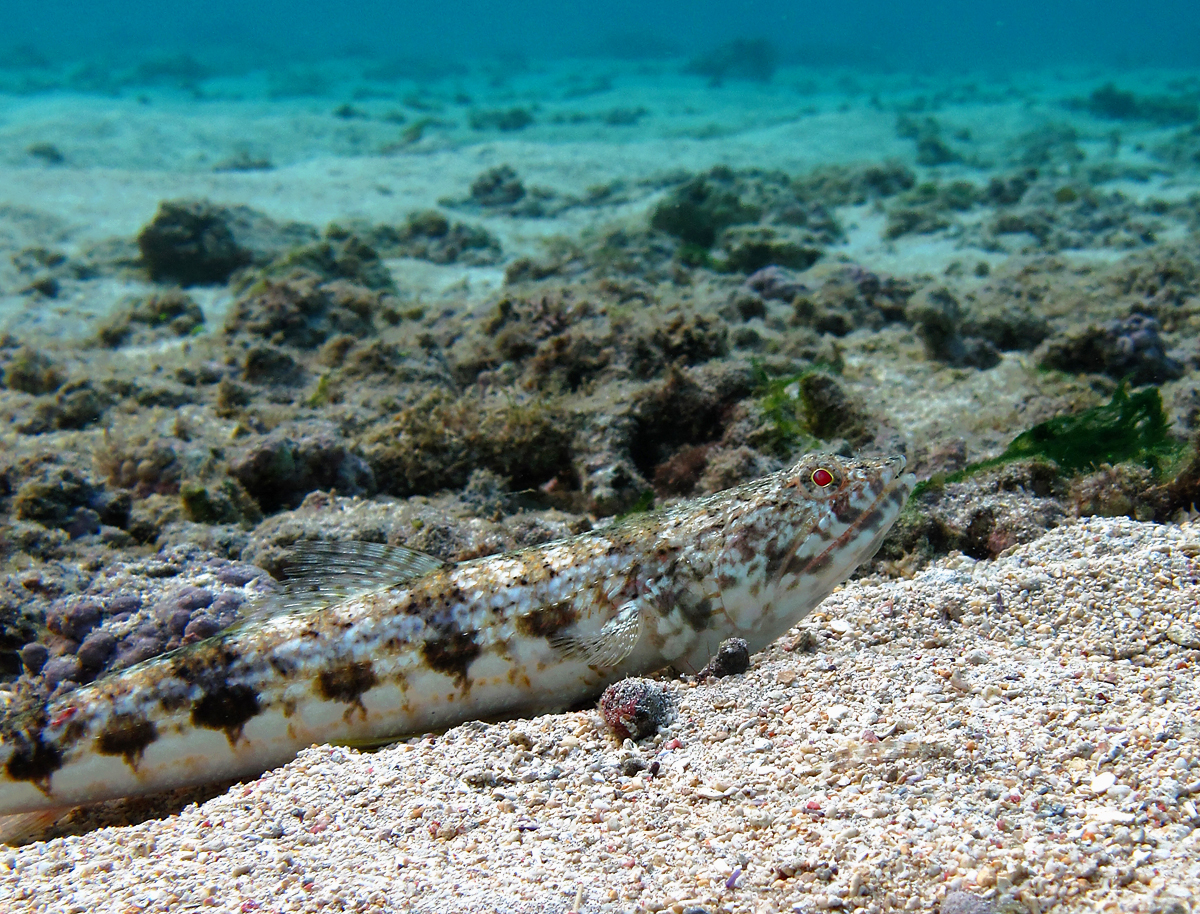
Poisson-lézard à ligne bleue (Synodus dermatogenys)

#### PoissonsLophiiformes
Les poissons lophiiformes (du grec « lophos », crête) sont caractérisés par des morphologies plus ou moins difformes, par une ouverture branchiale de petite taille en forme de tube, et par la première vertèbre soudée au crâne. Tous sont marins. De nombreux genres sont caractérisés par la modification de la première épine dorsale (l’illicium), libre et modifiée en un leurre (esca) qui attire les proies vers la bouche. L'ordre comporte notamment les antennaires (poissons-crapauds, poissons-grenouilles, poissons-pêcheurs).

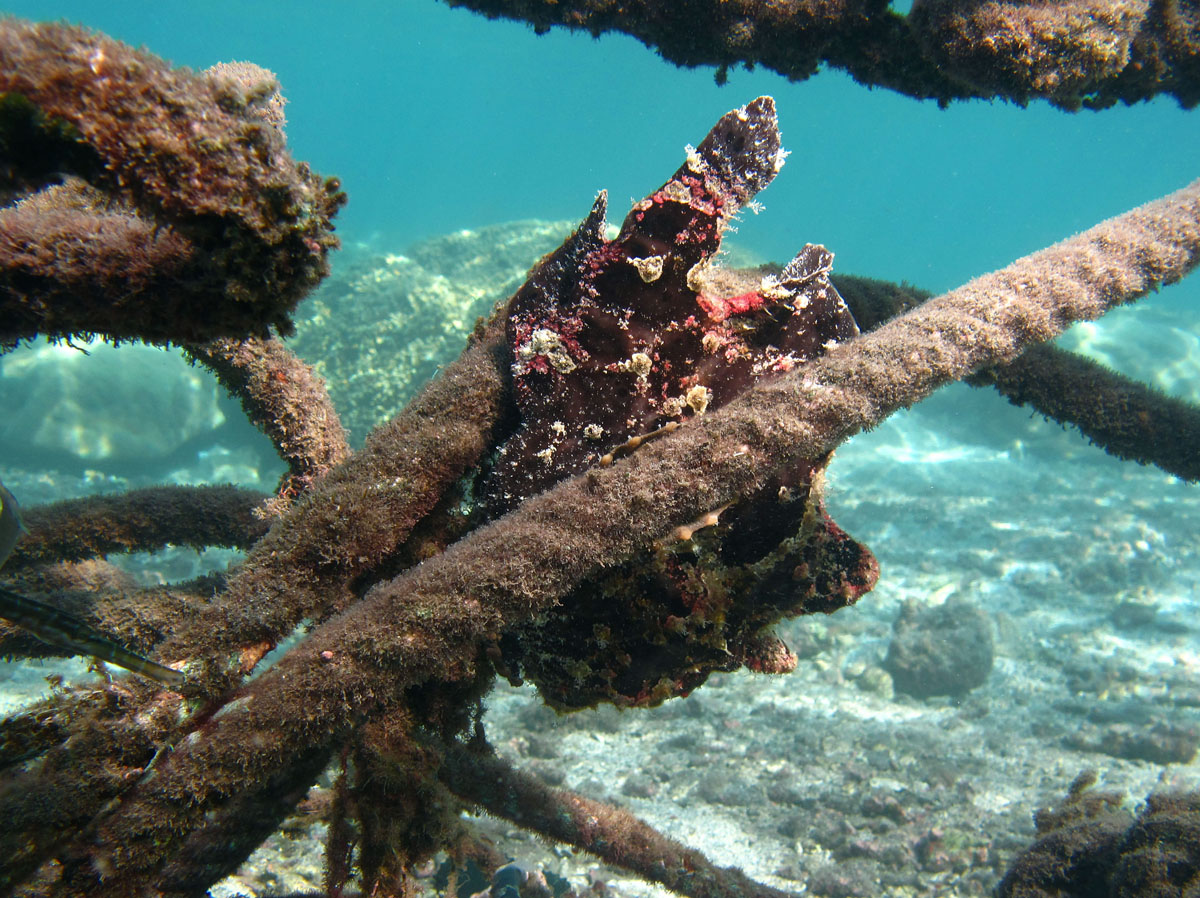
Un antennaire peint (Antennarius pictus)
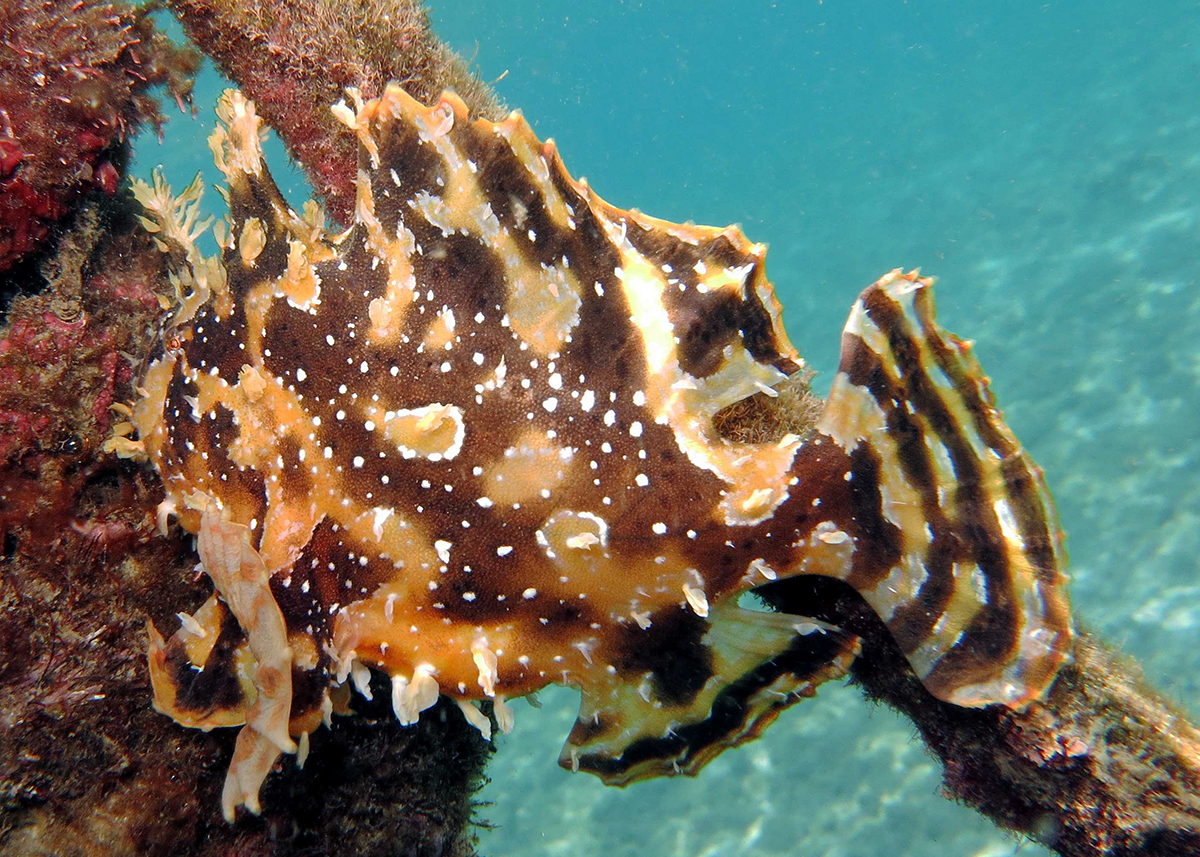
Un antennaire des sargasses (Histrio histrio)

#### PoissonsMugiliformes
Le radical du nom de l’ordre est dérivé du mot latin « mugil », qui désigne un mulet. Il ne comprend qu’une famille, les Mugilidae. Certaines classifications récentes (comme celle suivie par FishBase) placent ces poissons parmi les Perciformes.

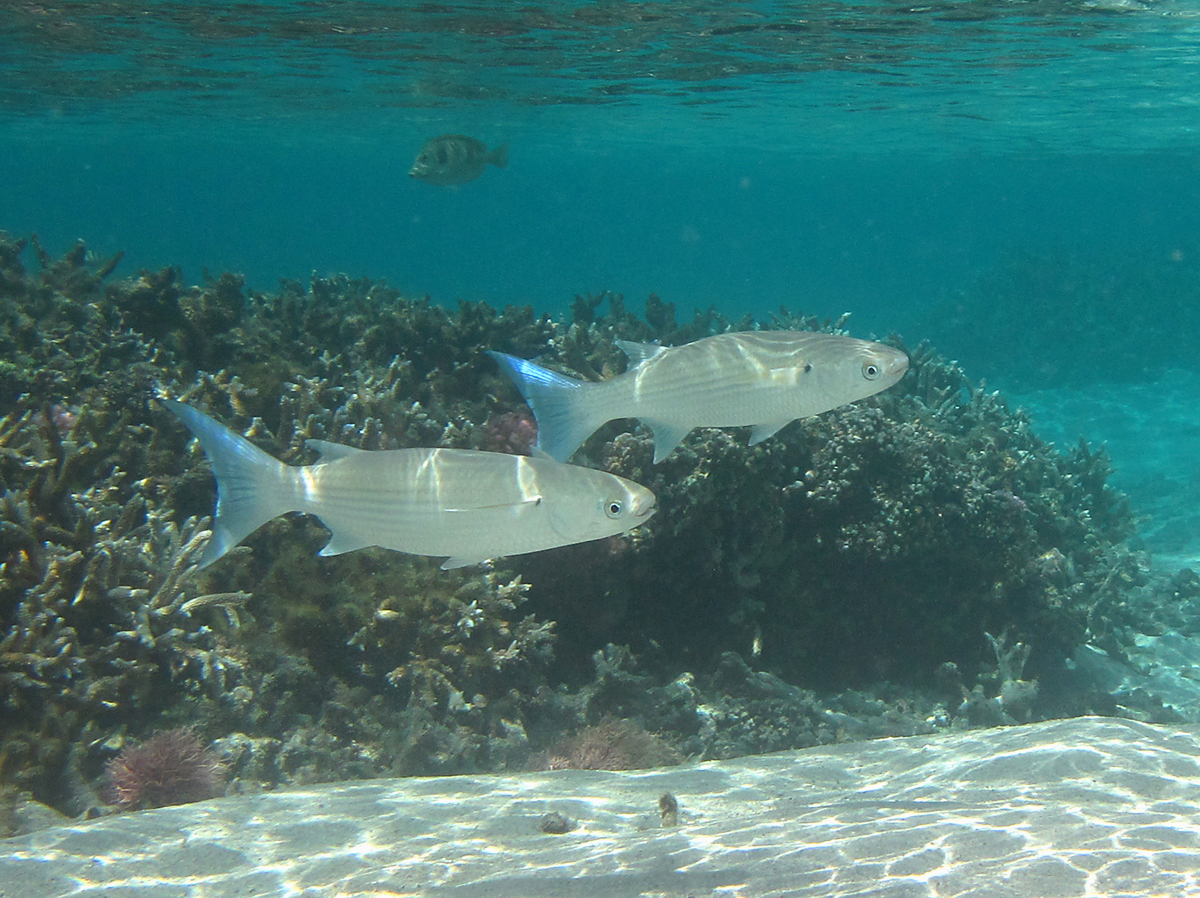
Un mulet à queue bleue (Crenimugil crenilabis)
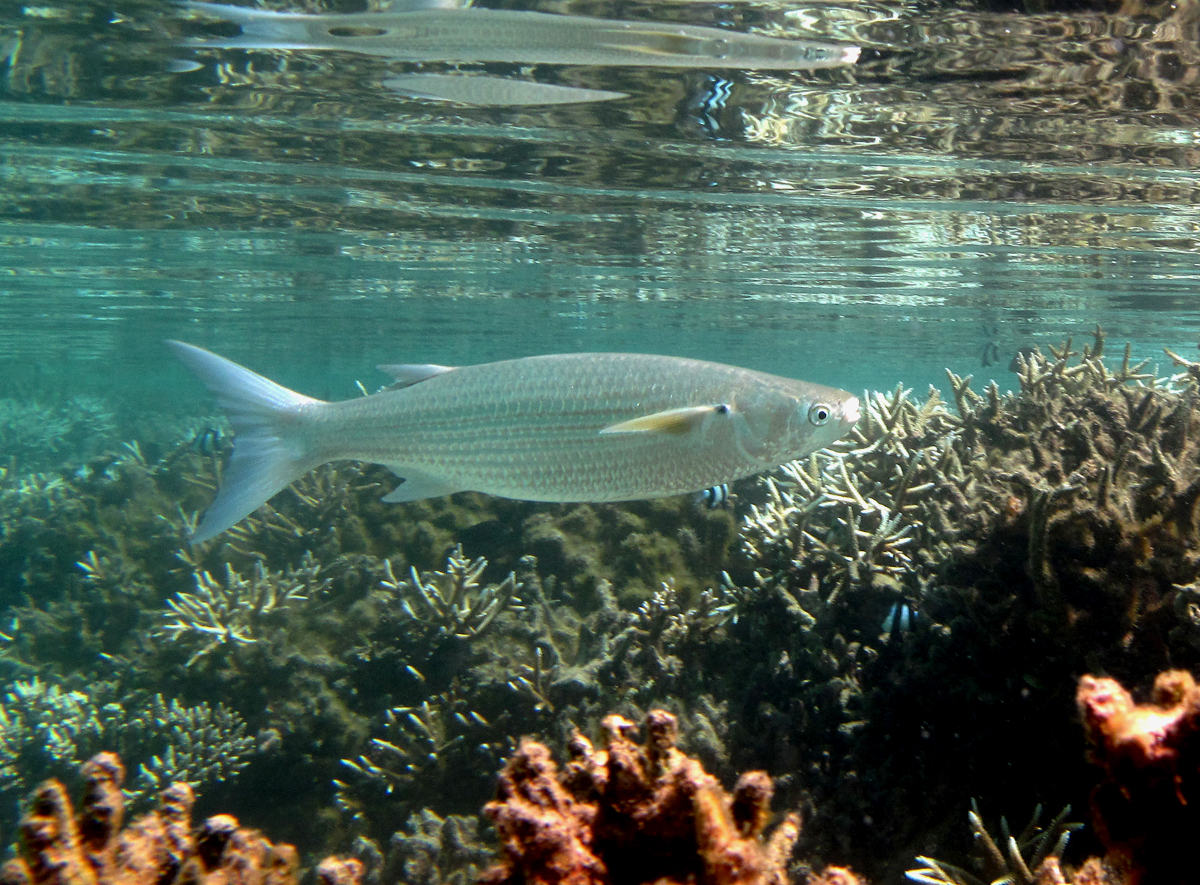
Un mulet Plicomugil labiosus

#### PoissonsAtheriniformes
Le radical de l’adjectif vient du grec « atherine », qui désigne un éperlan. Ce sont des poissons au corps généralement fin et long et aux flancs argentés, dont certaines espèces vivent en eau douce.

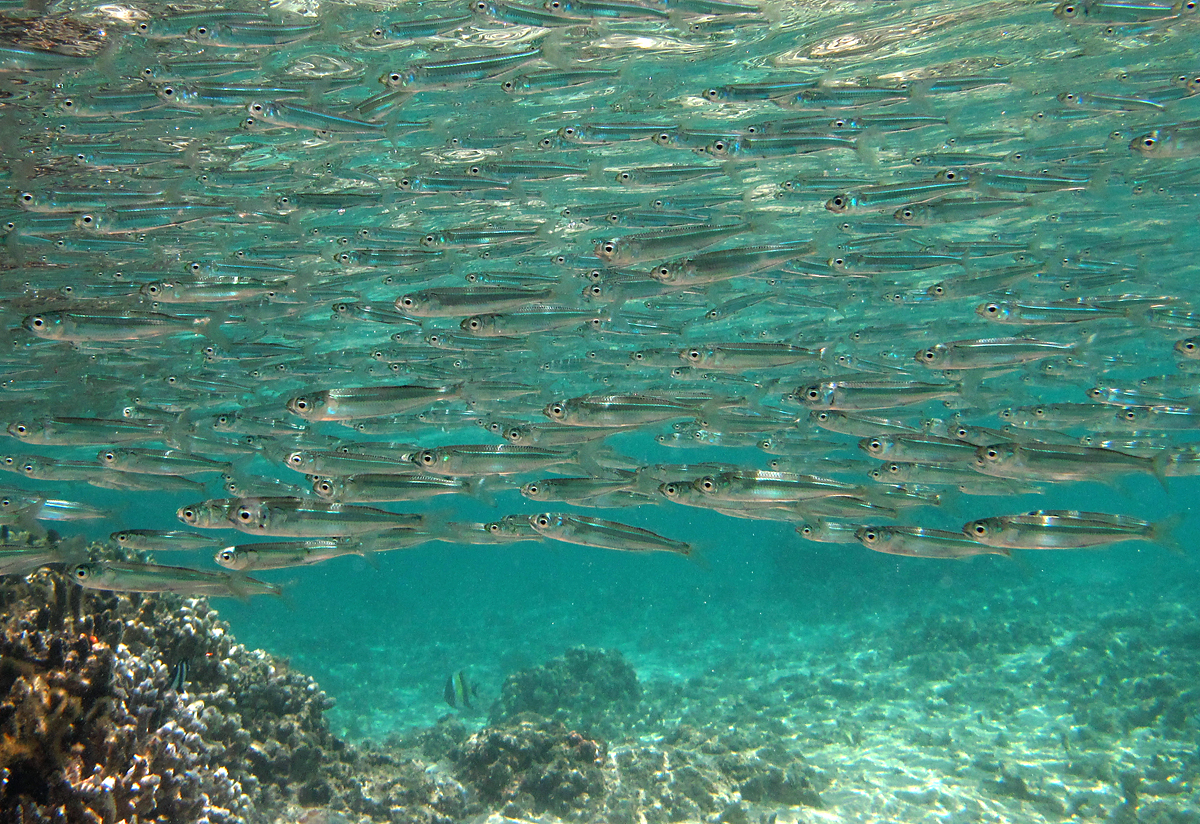
Un banc d'athérines Atherinomorus lacunosus juvéniles

#### PoissonsBeloniformes
Beloniforme vient du mot grec « belone », qui signifie aiguille. La plupart des familles de cet ordre ont un corps fuselé et argenté. Certaines vivent en eaux douces ou saumâtres. L’ordre des béloniformes contient les poissons-volants.

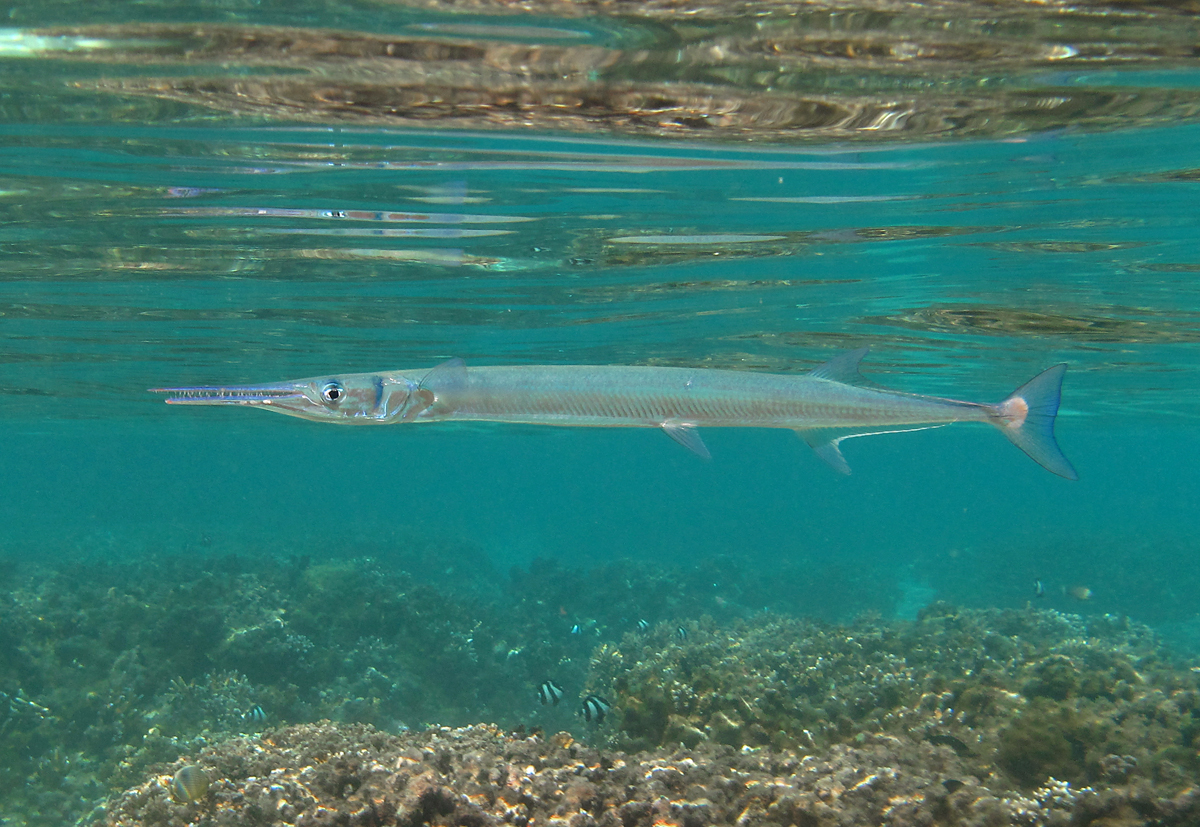
Une aiguille crocodile (Tylosurus crocodilus crocodilus)
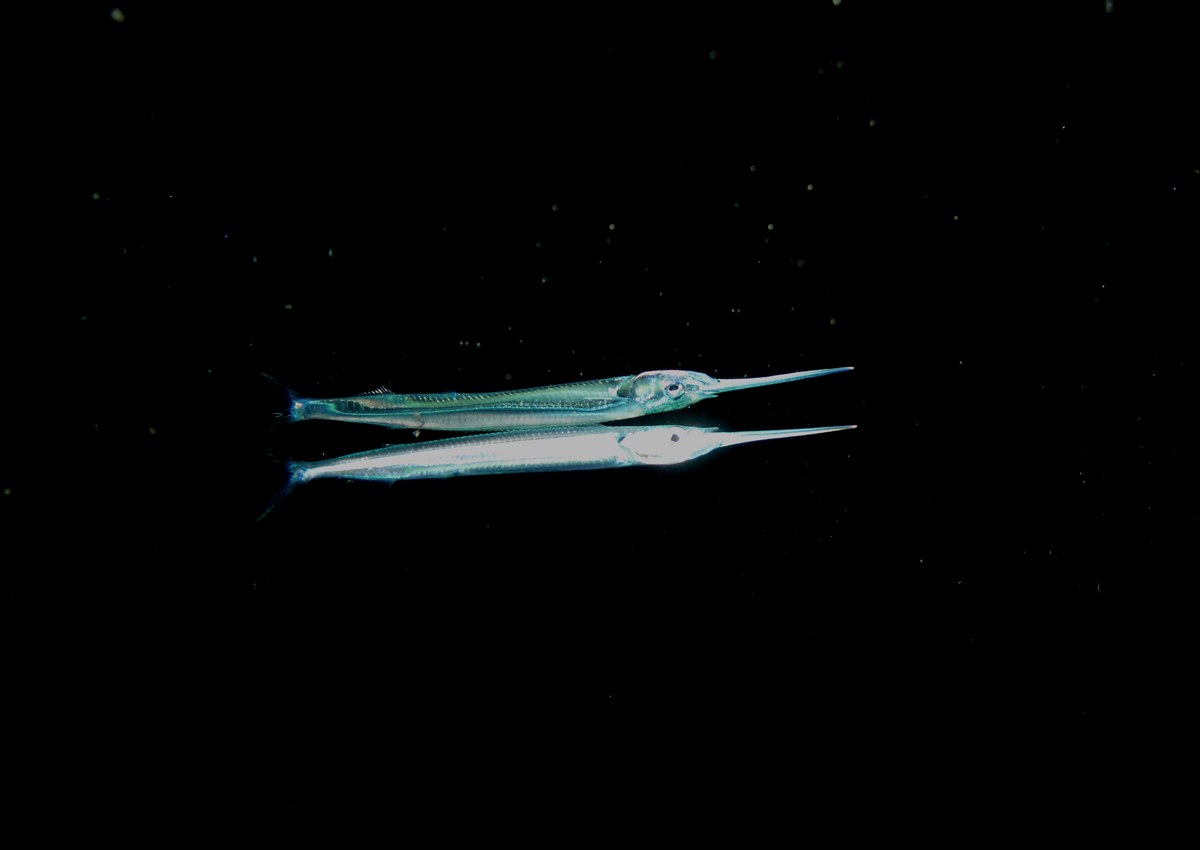
Un demi-bec (Hemiramphus far) de nuit, avec son reflet.

#### PoissonsBeryciformes
Le nom de cet ordre vient du grec « beryx », ou « berys », qui désignait dans la Grèce antique un poisson dont l’identification précise n’a pas pu être faite. Ces poissons sont caractérisés par leur morphologie crânienne et par la présence de canaux à mucus sous la peau de la tête, ainsi que par le nombre de rayons de la nageoire caudale.

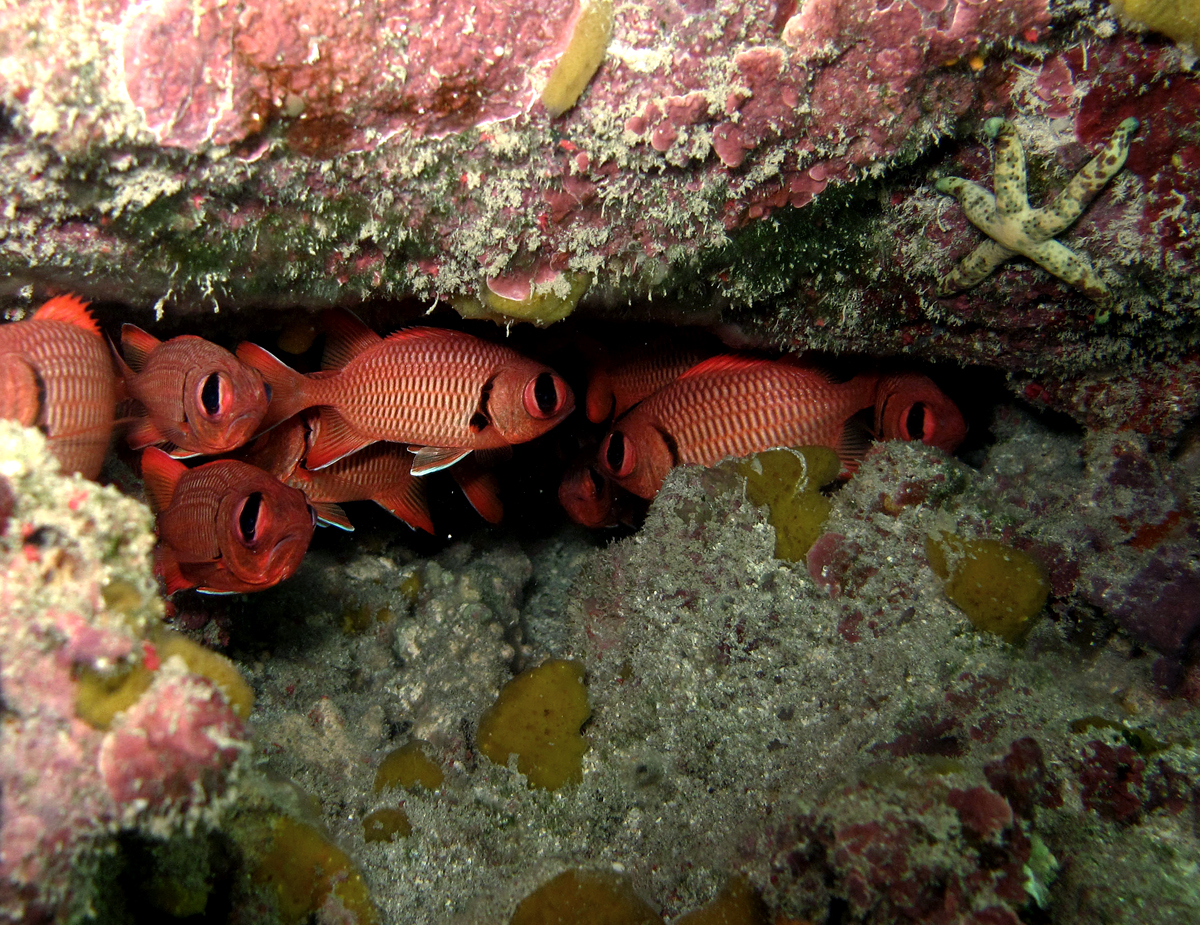
Un groupe de poissons-soldats à œillères (Myripristis murdjan) sous un massif de corail.
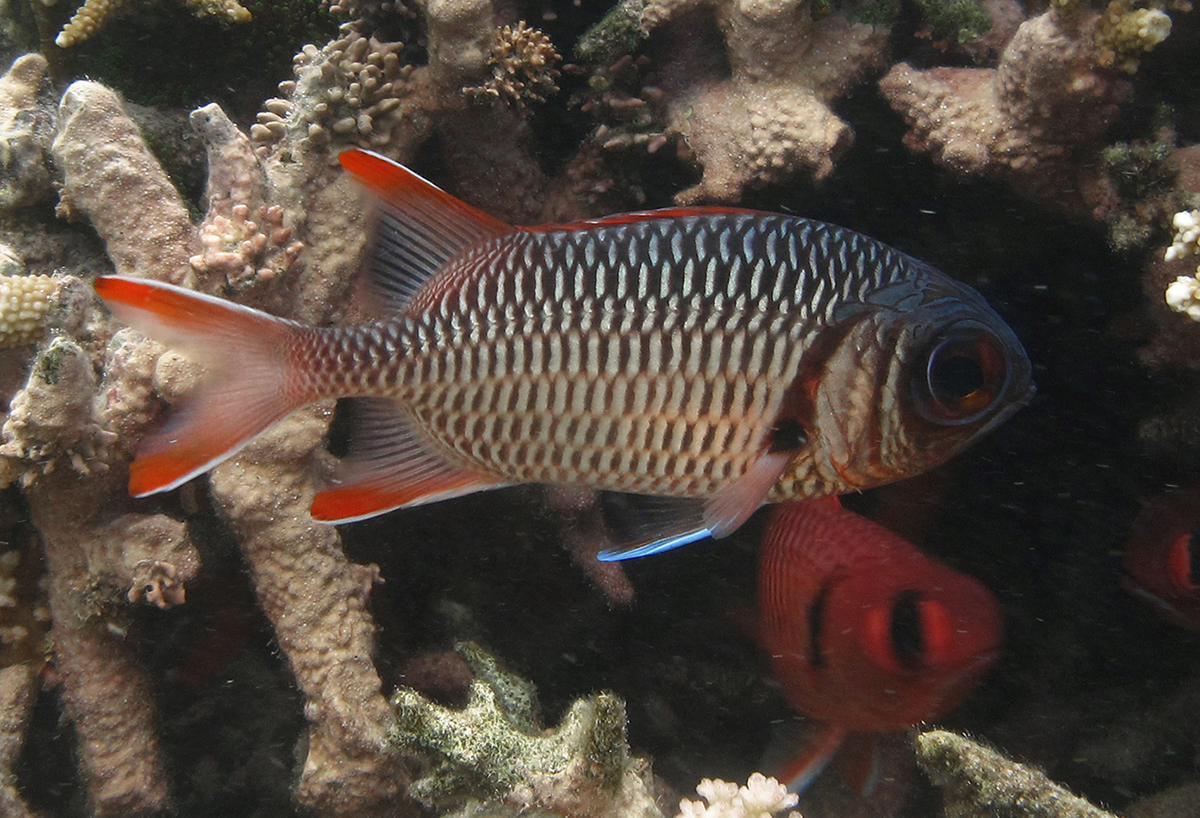
Poisson-soldat violacé (Myripristis violacea)
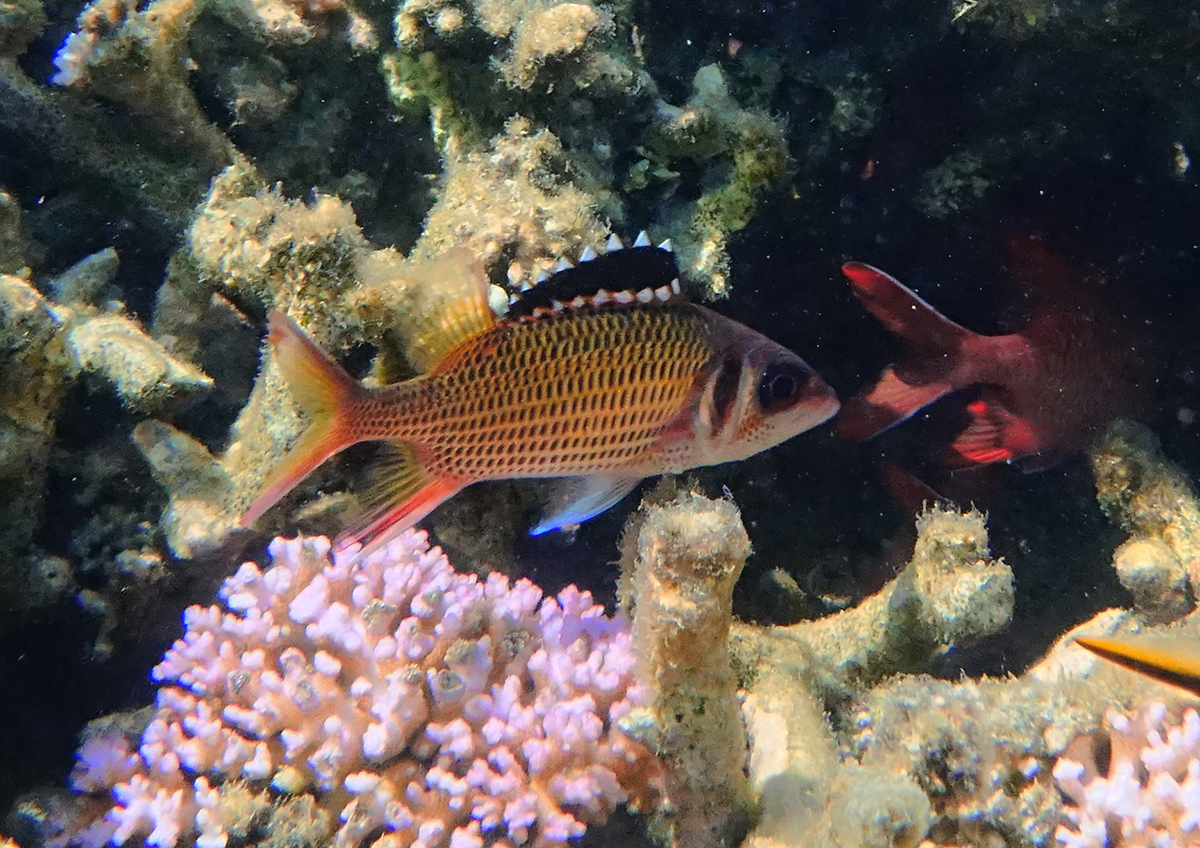
Neoniphon opercularis
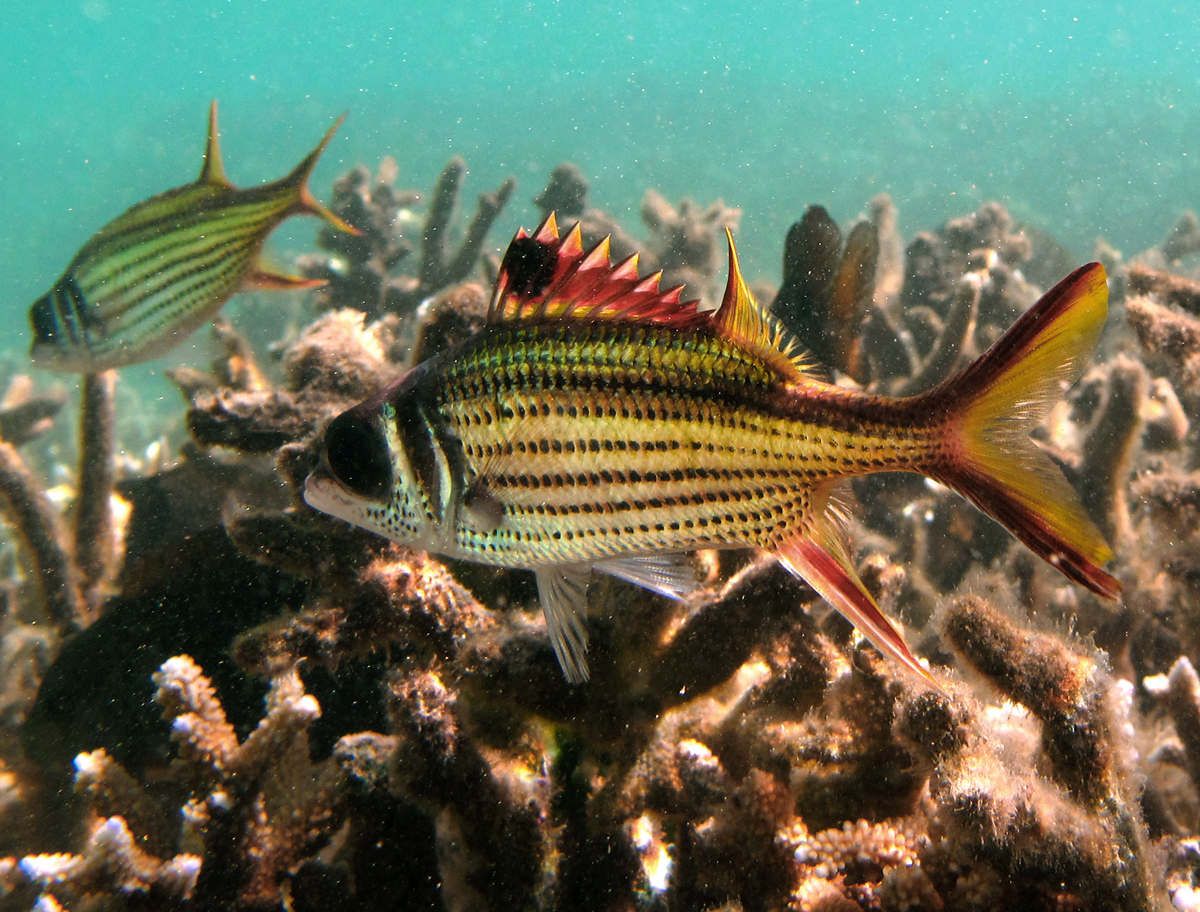
Un poisson-écureuil tacheté (Neoniphon sammara)
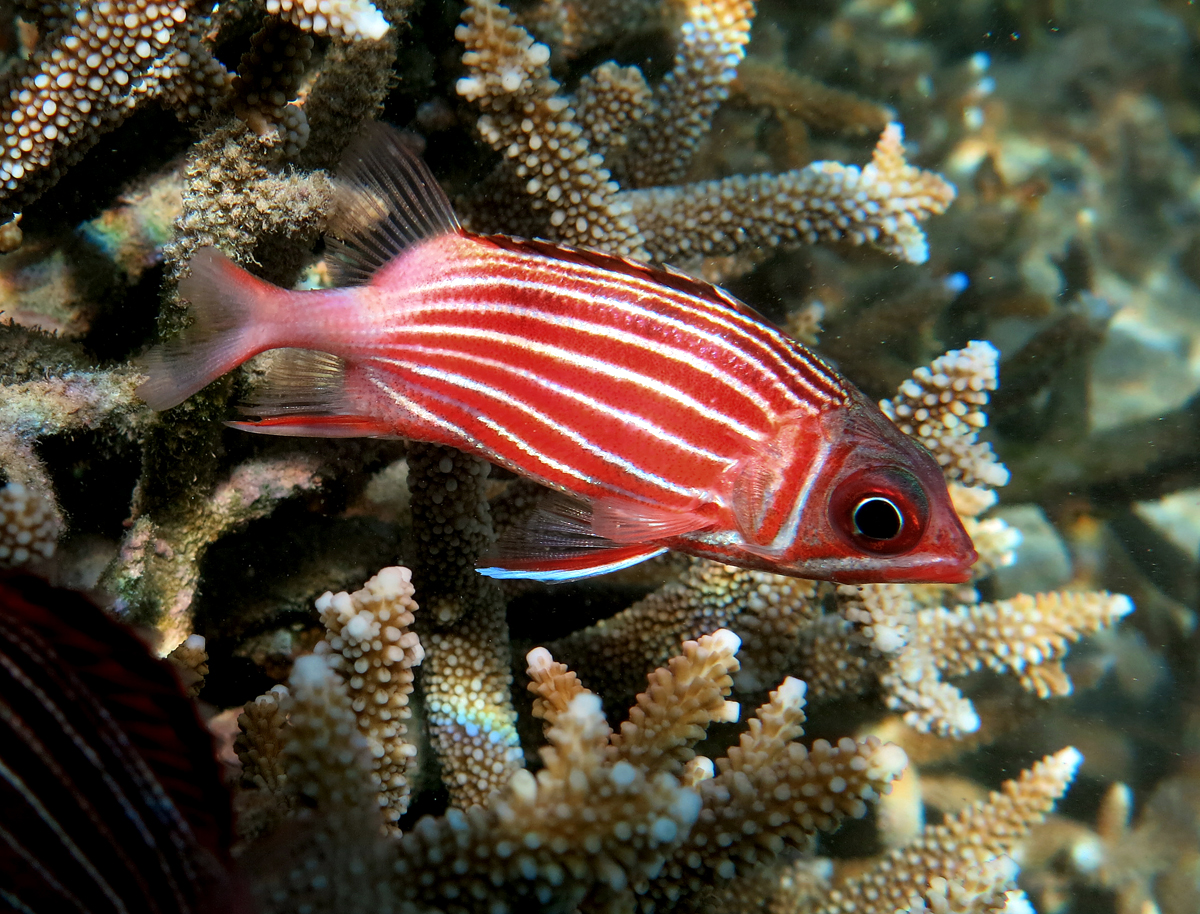
Un poisson-écureuil diadème (Sargocentron diadema)
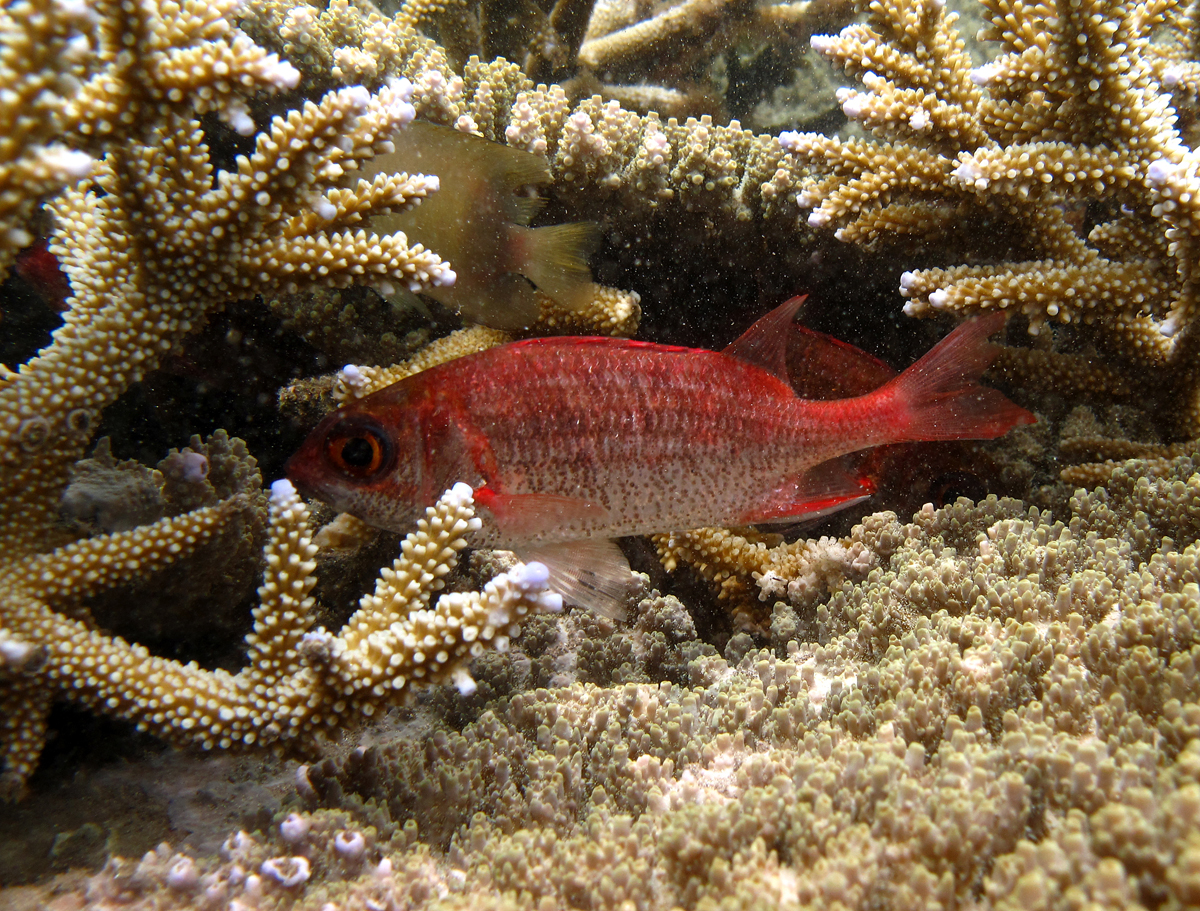
Un poisson-écureuil tacheté (Sargocentron punctatissimum)
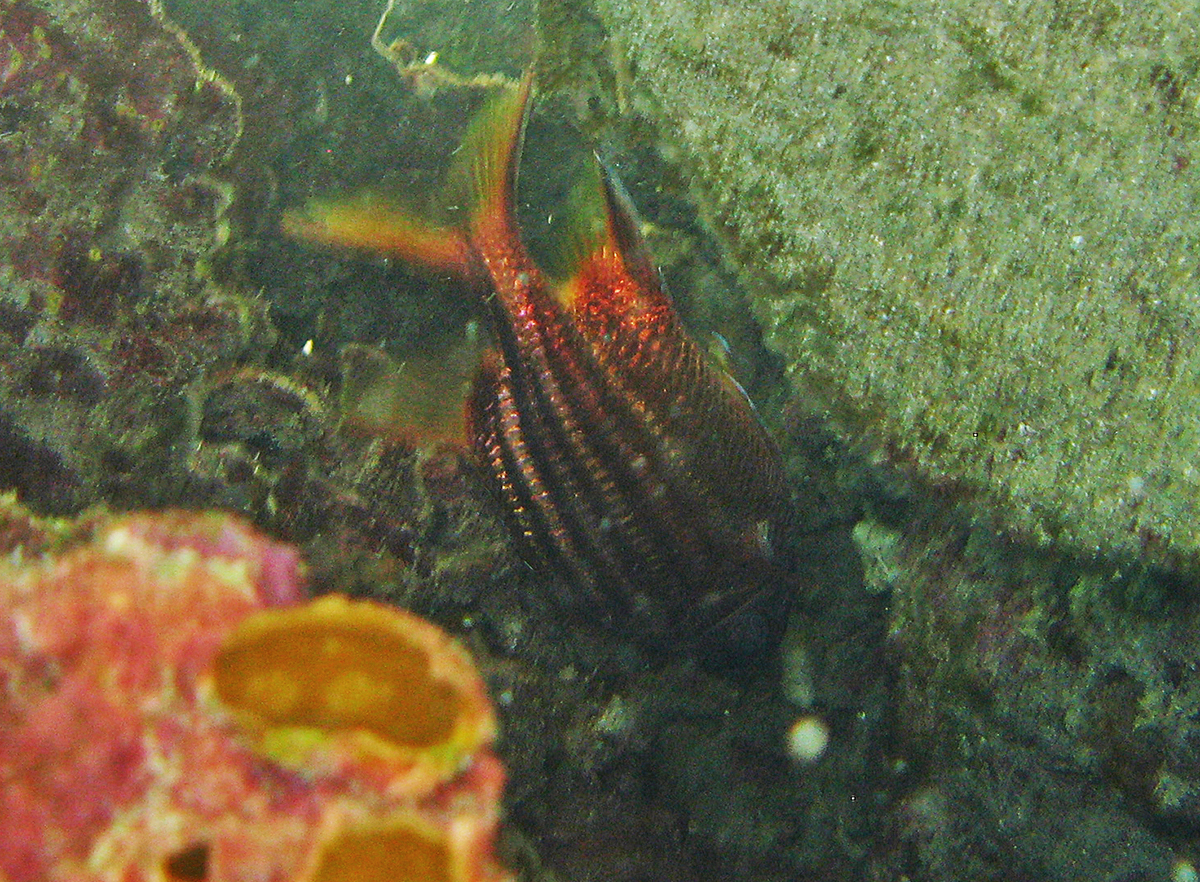
Un poisson-écureuil des Seychelles (Sargocentron seychellense)
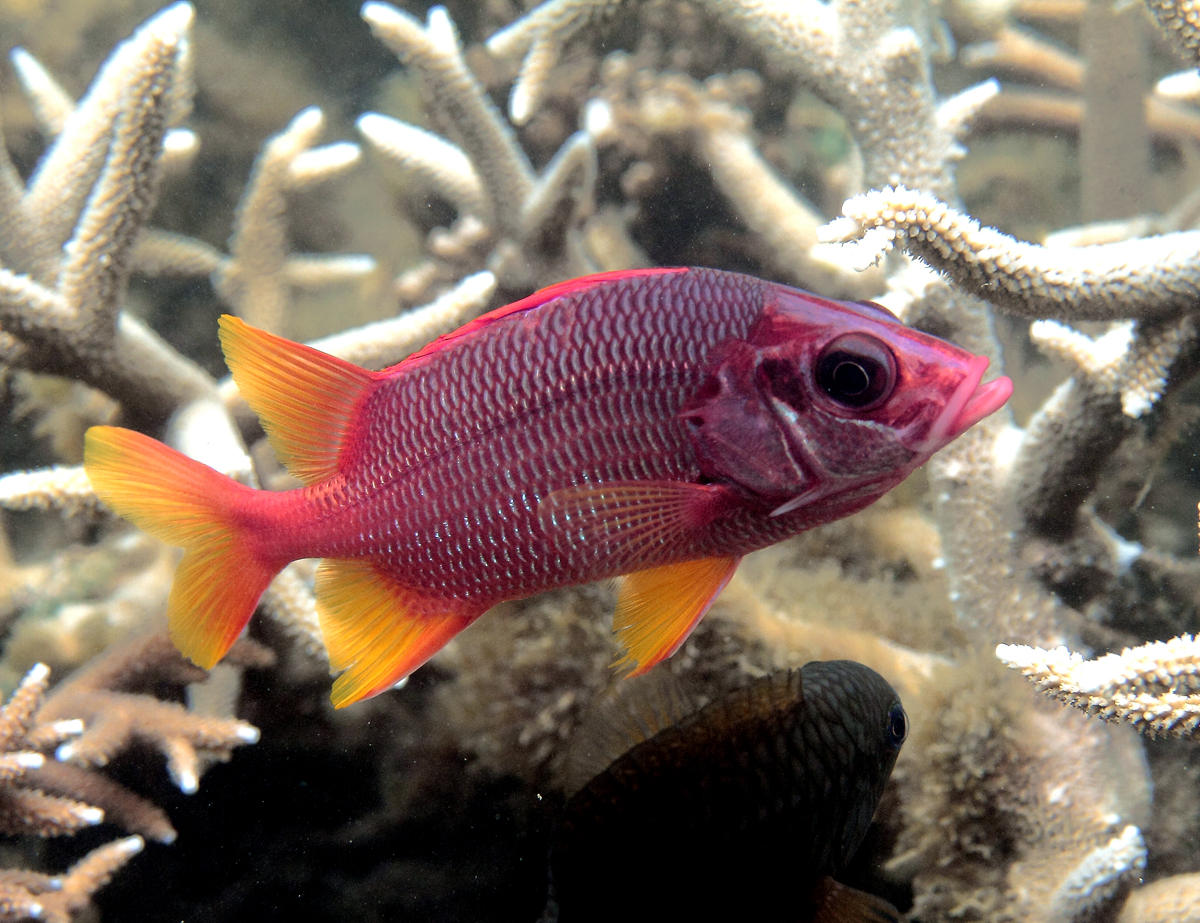
Un poisson-écureuil géant (Sargocentron spiniferum)

#### PoissonsSyngnathiformes
Le radical du nom de l’ordre est formé à partir des mots grecs « sun », ensemble, et « gnathos », mâchoire, pour désigner des familles de poissons aux mâchoires soudées formant un museau tubulaire au bout duquel se situe une petite bouche. Parmi les familles représentées dans cet ordre, les Syngnathidae (syngnathes et hippocampes) sont couverts de plaques osseuses, et sont notamment caractérisés par le fait que ce sont les mâles qui incubent dans une poche ventrale les œufs pondus par les femelles.

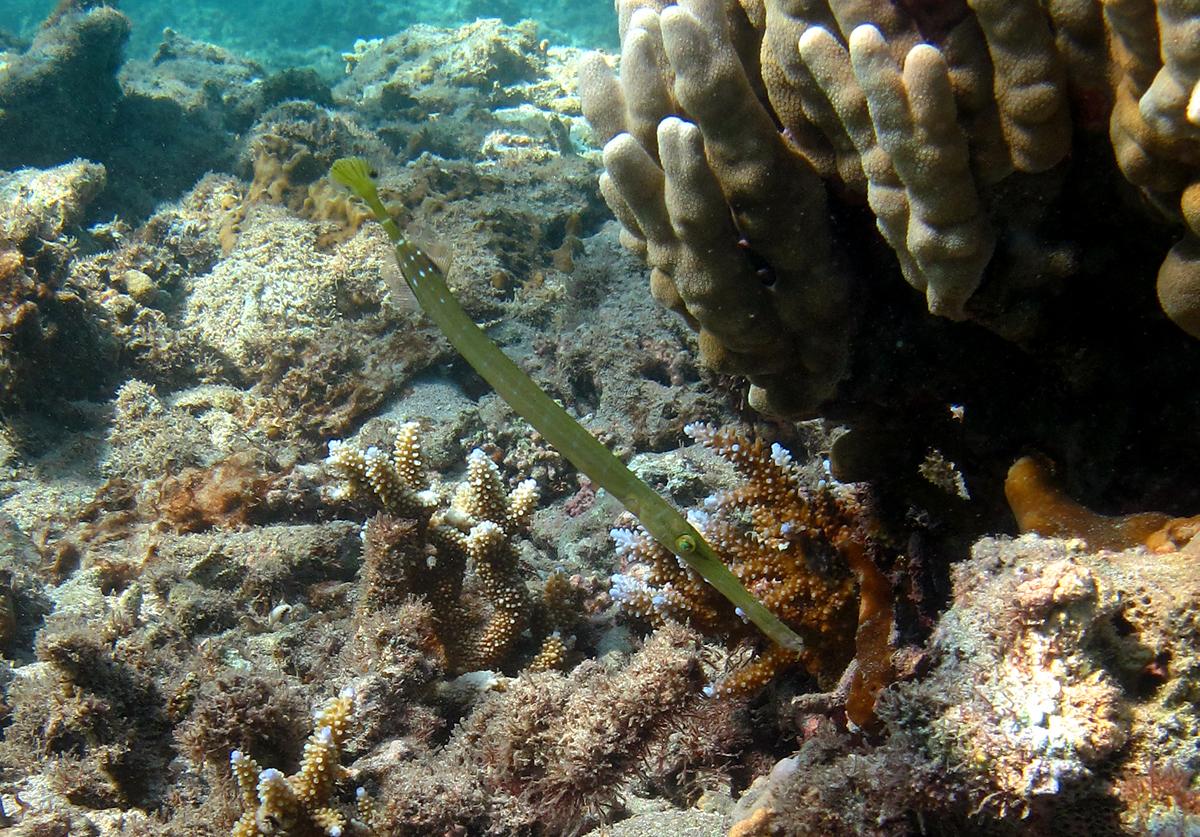
Un poisson-trompette de l'indo-pacifique (Aulostomus chinensis)
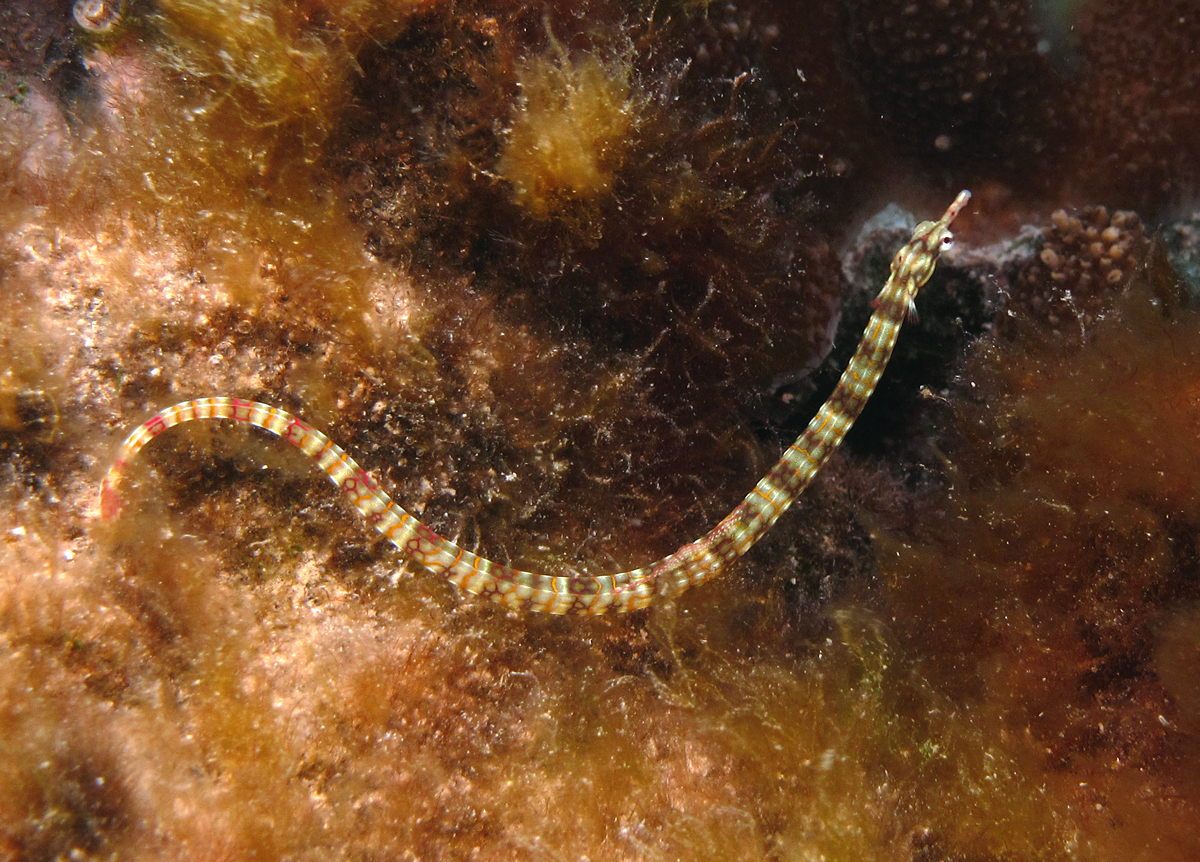
Un syngnathe à réseaux (Corythoichthys flavofasciatus)
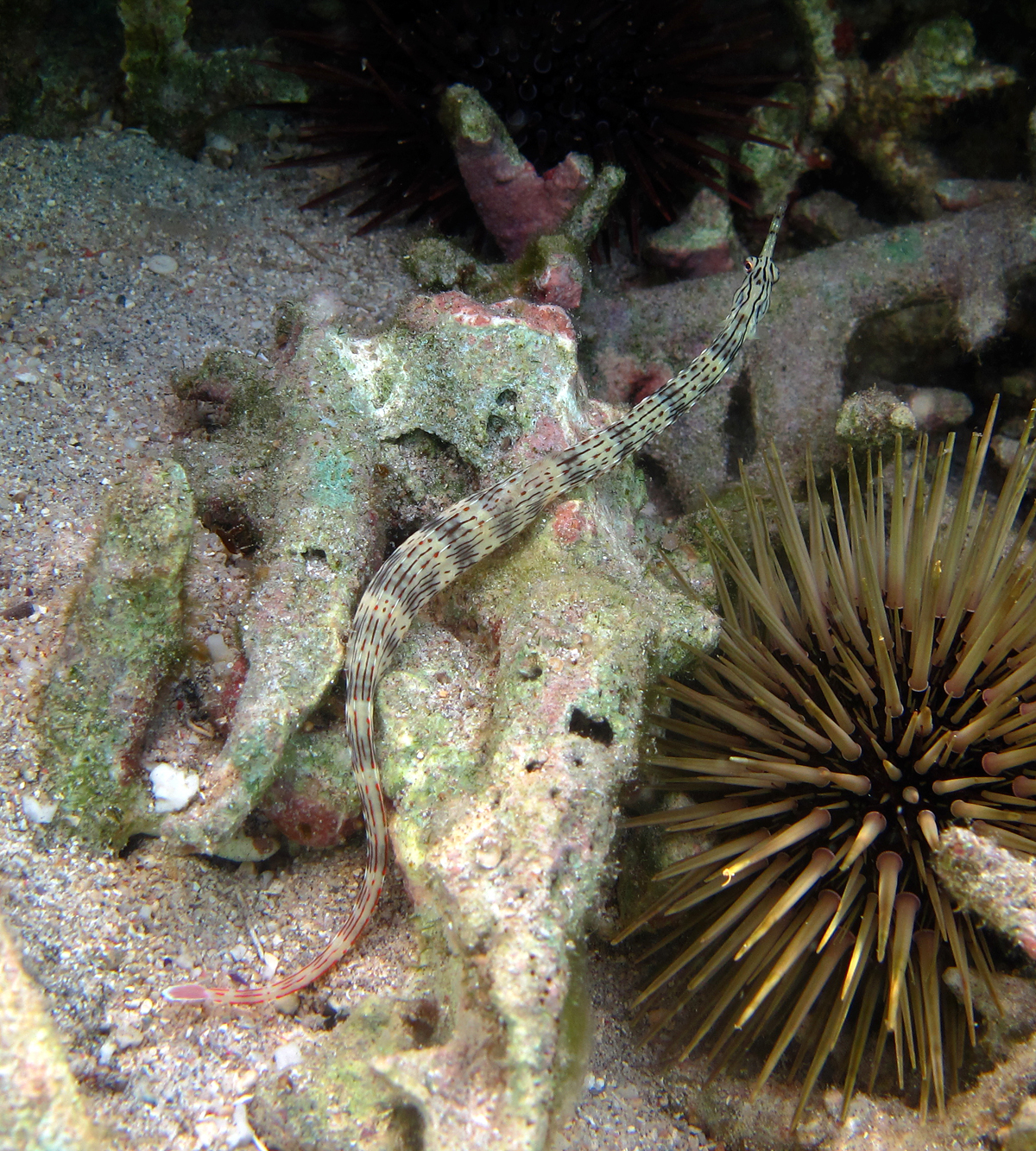
Un syngnathe de Schultz (Corythoichthys schultzi)
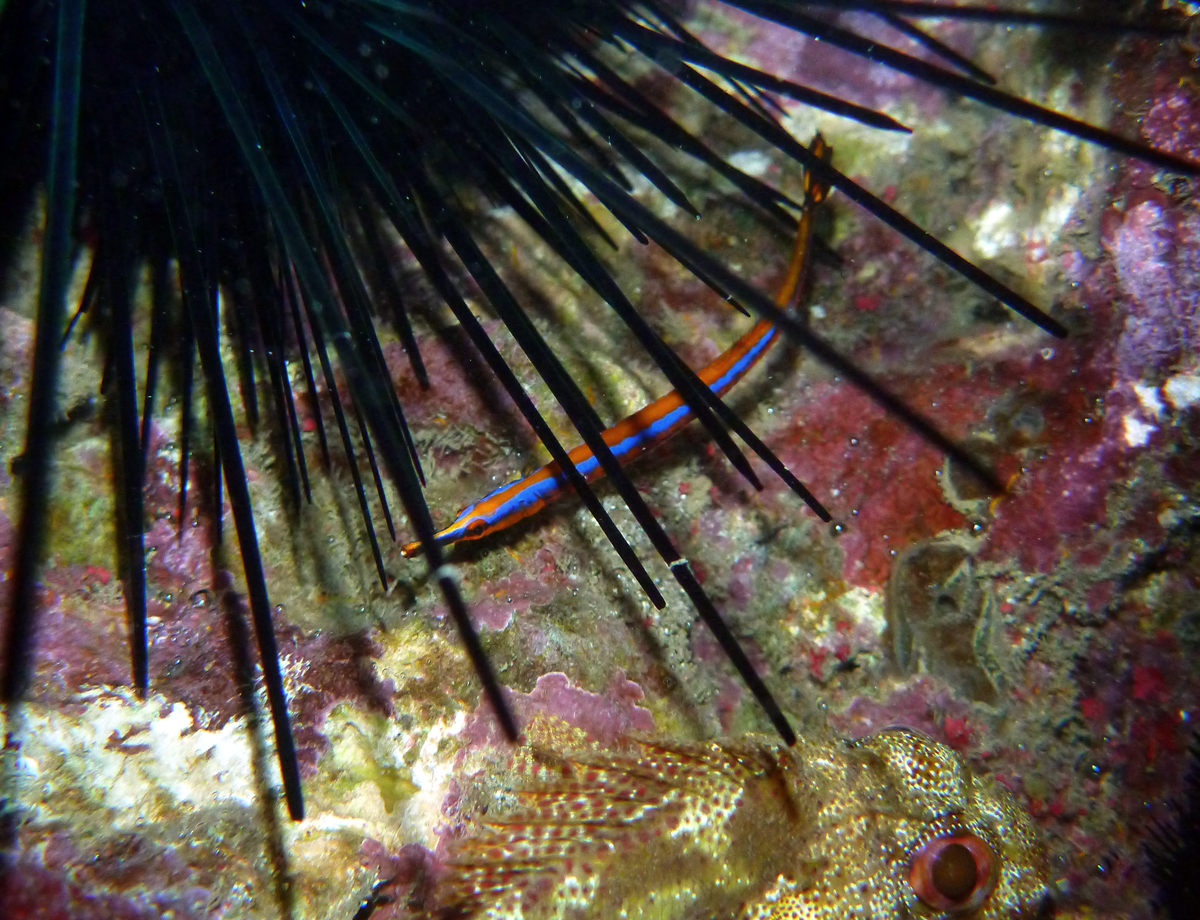
Un syngnathe à double menton (Doryrhamphus bicarinatus)
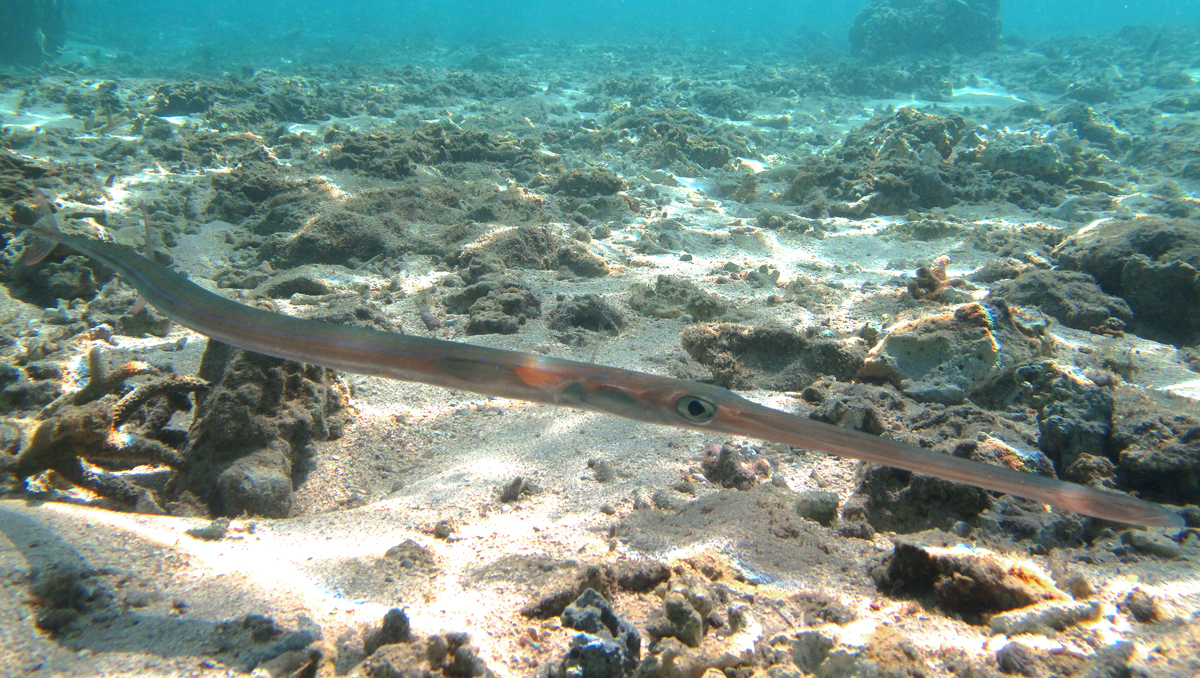
Un poisson-flûte (Fistularia commersonii)
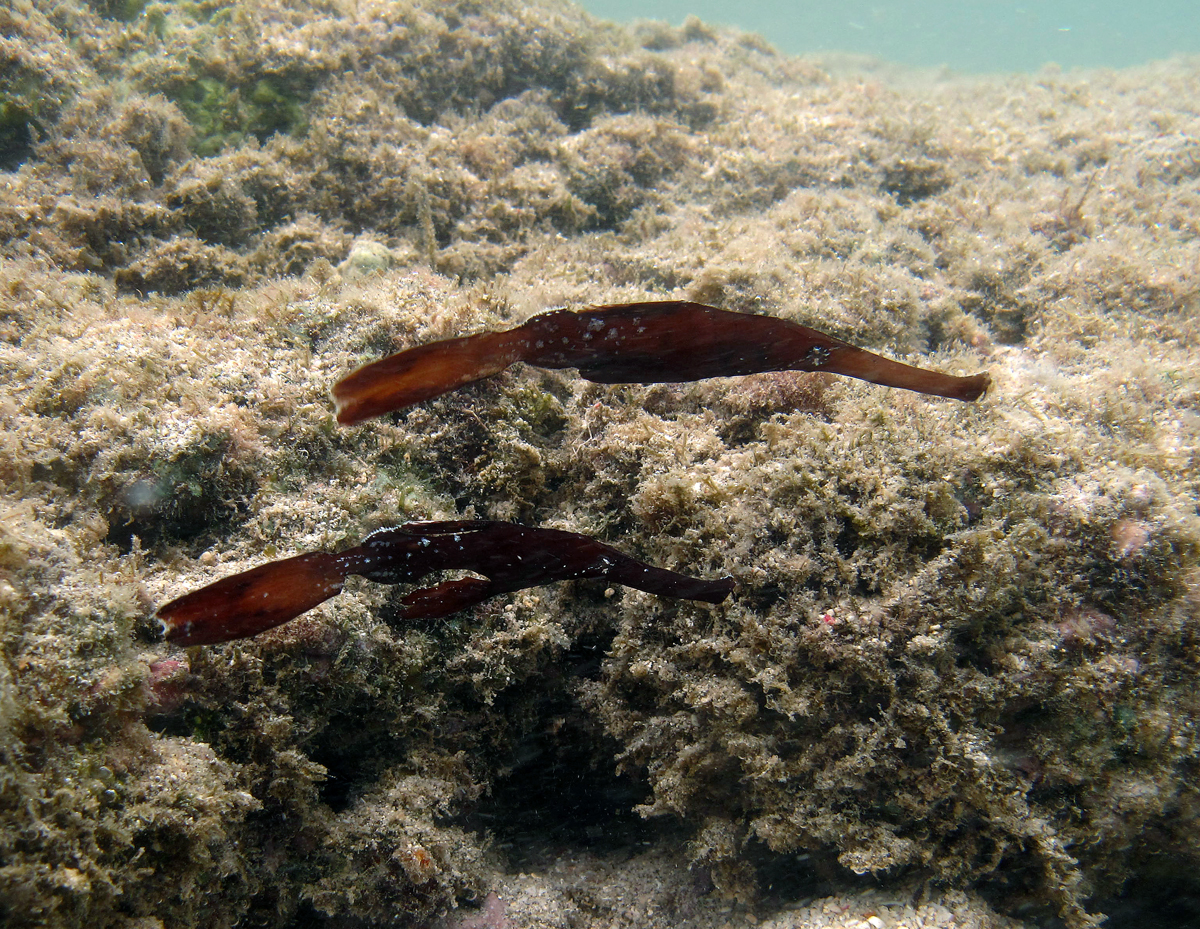
Deux poissons-fantômes robustes (Solenostomus cyanopterus)

#### PoissonsScorpaeniformes
(poissons à rayons épineux souvent pourvus d'un venin puissant (grondins, rascasses, poissons-scorpions, poissons-pierres)
Le mot vient du grec « scorpios », qui signifie scorpion, probablement du fait que de nombreuses espèces groupées dans cet ordre possèdent des glandes à venin reliées aux rayons de certaines de leurs nageoires. Ils sont caractérisés par une cuirasse osseuse recouvrant la tête. Aucun de ces poissons n’est agressif, mais les poissons scorpions et pierres se confondent souvent parfaitement avec leur environnement, et les rascasses sont presque toujours situées sous la partie haute d’une anfractuosité ou d’un massif de corail tabulaire : il est donc difficile de les voir et il vaut mieux faire attention à l’endroit où l’on pose ses mains ou ses pieds.

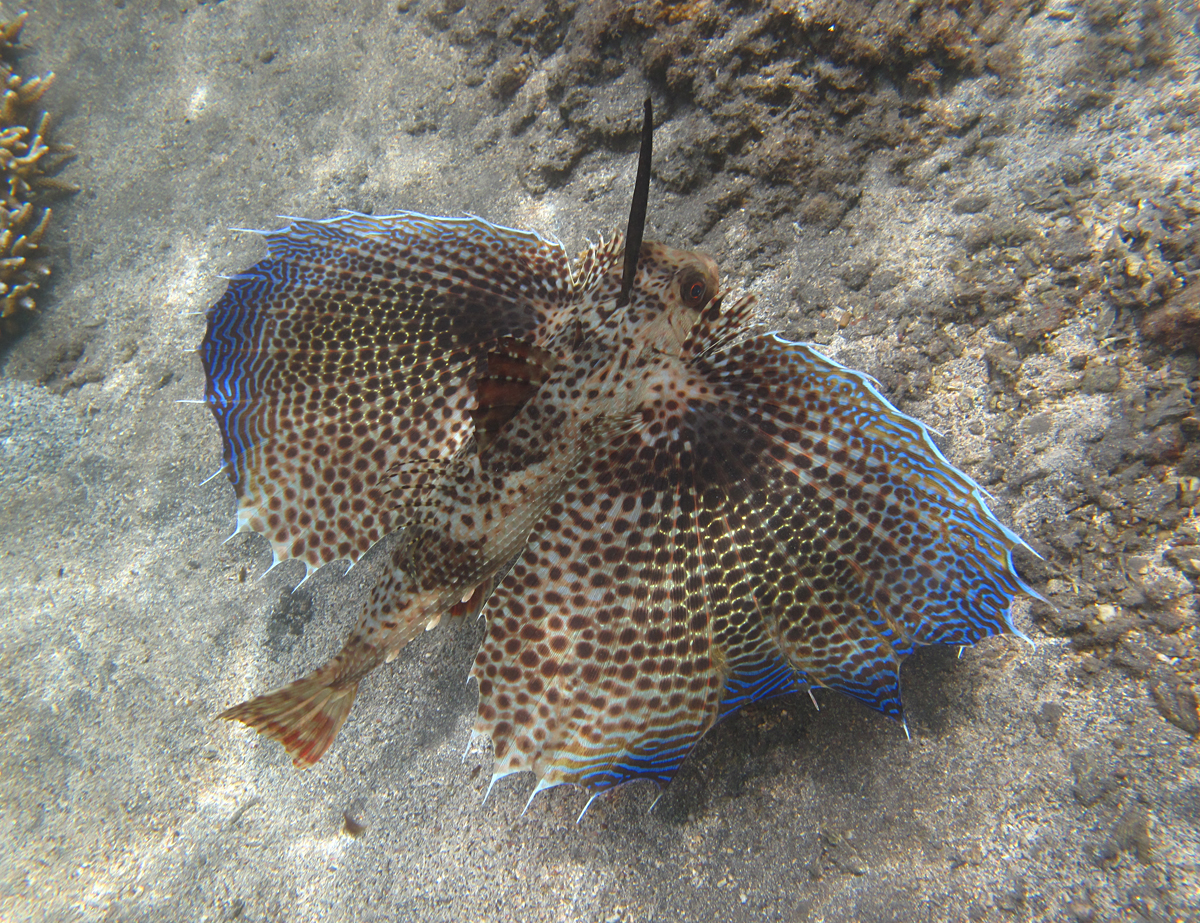
Un grondin volant oriental (Dactyloptena orientalis)
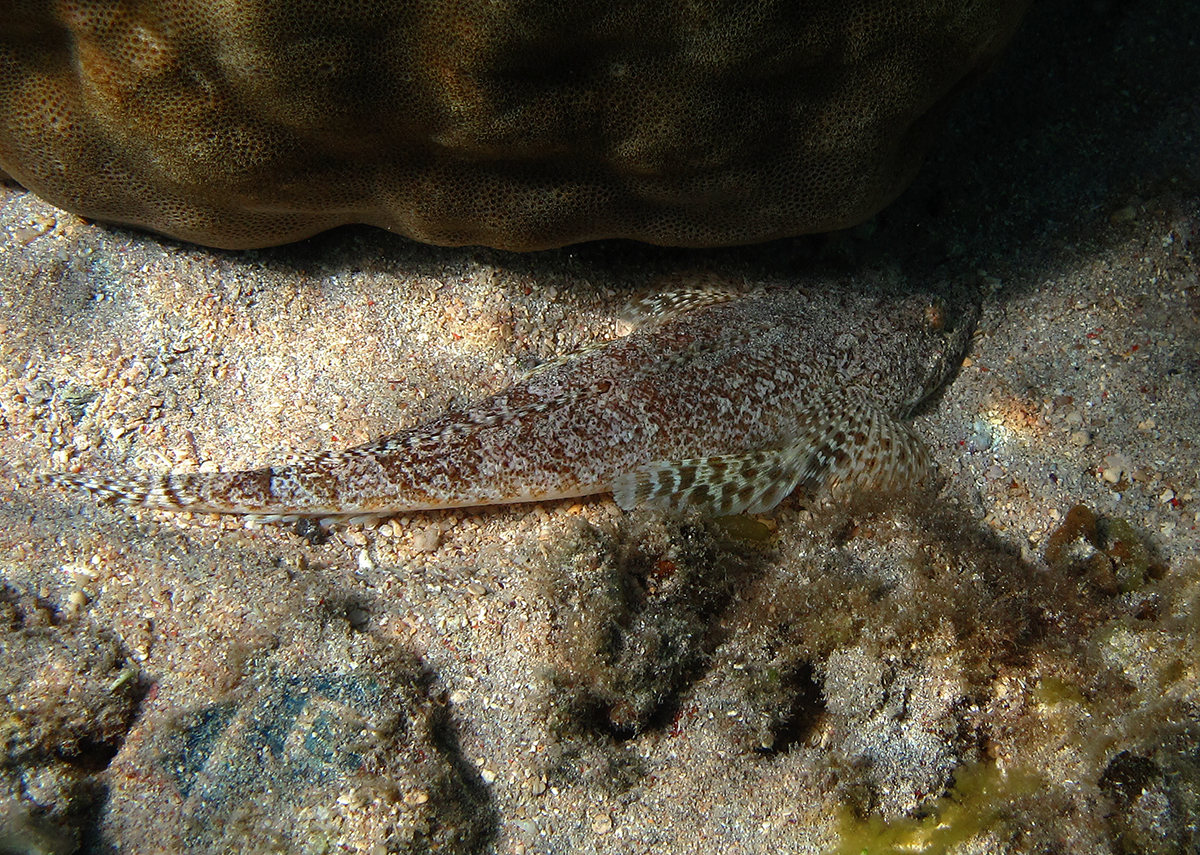
Un poisson-crocodile (Sunagocia arenicola)
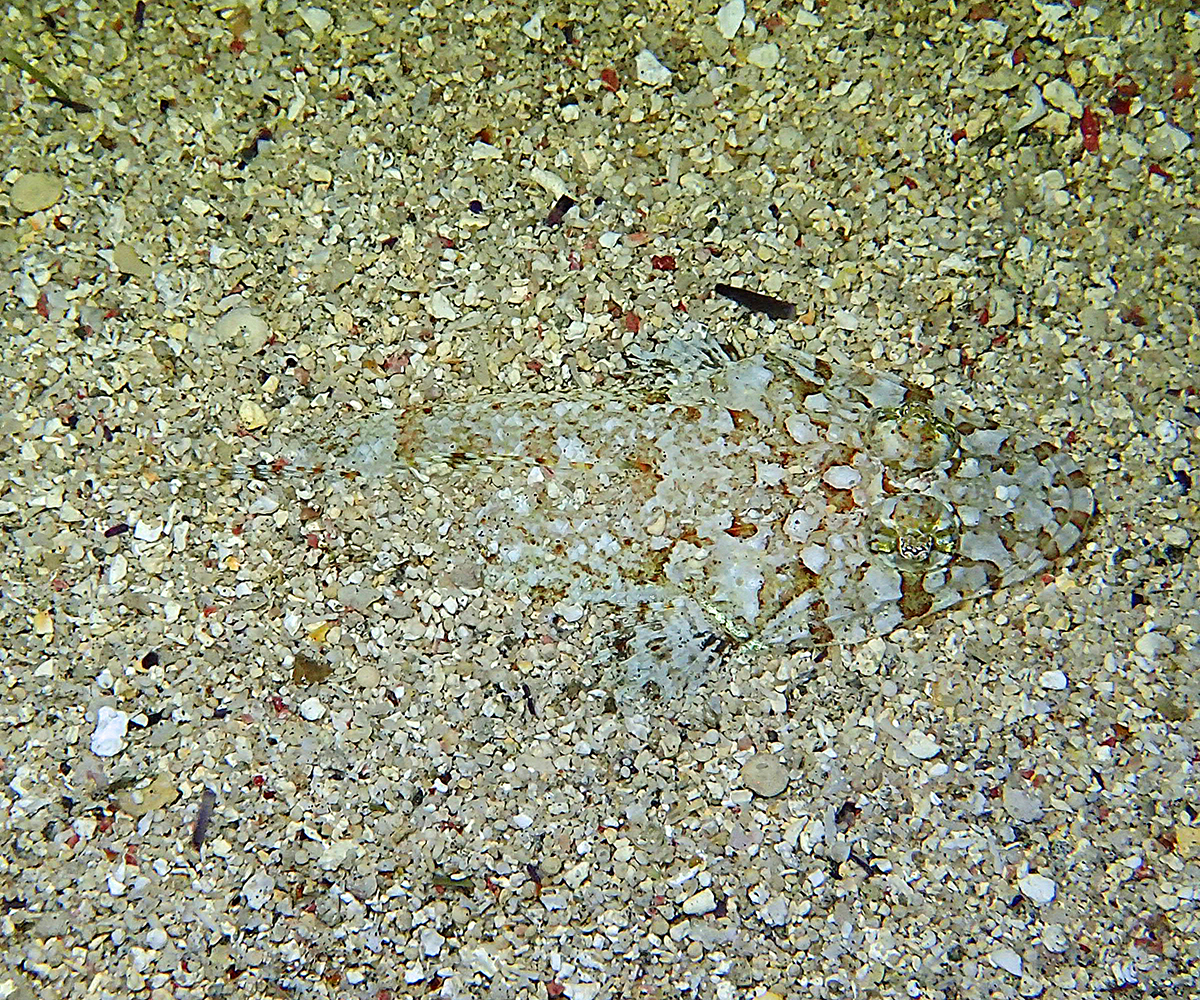
Sunagocia otaitensis
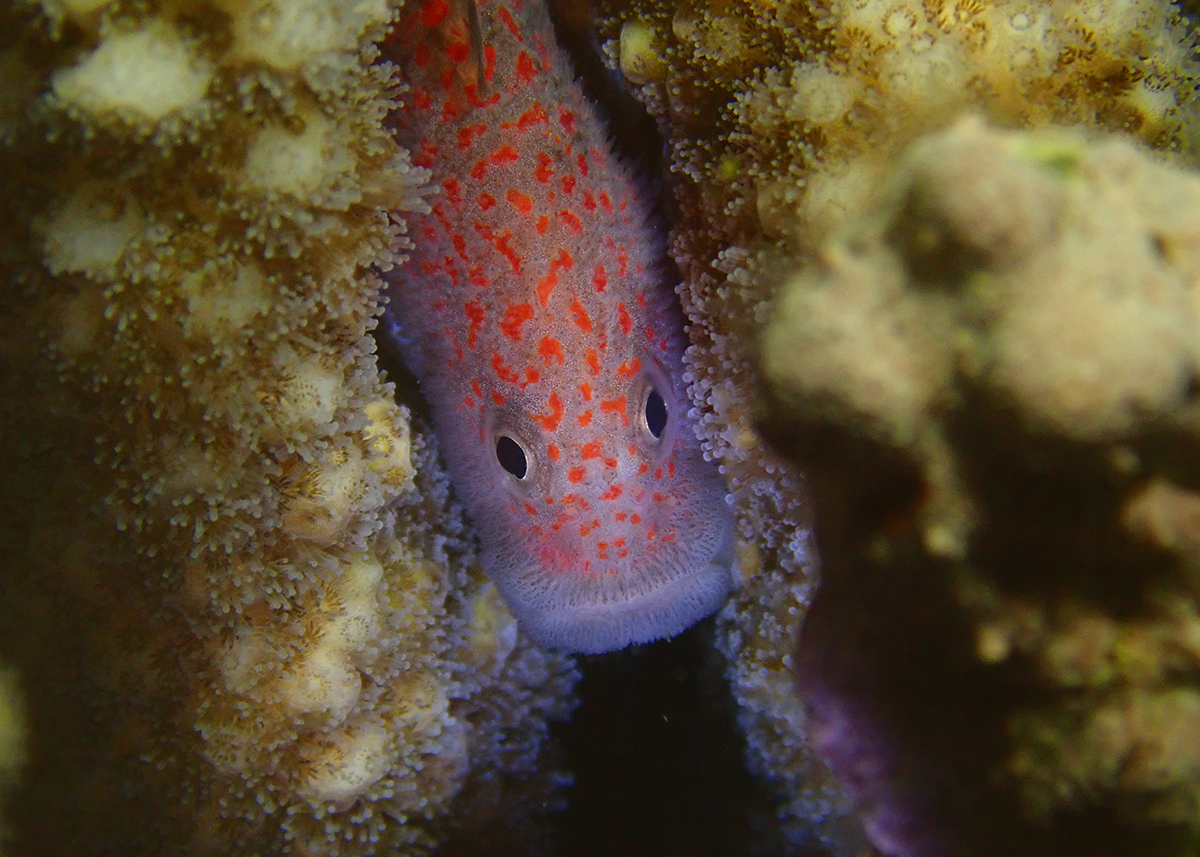
Caracanthus madagascariensis
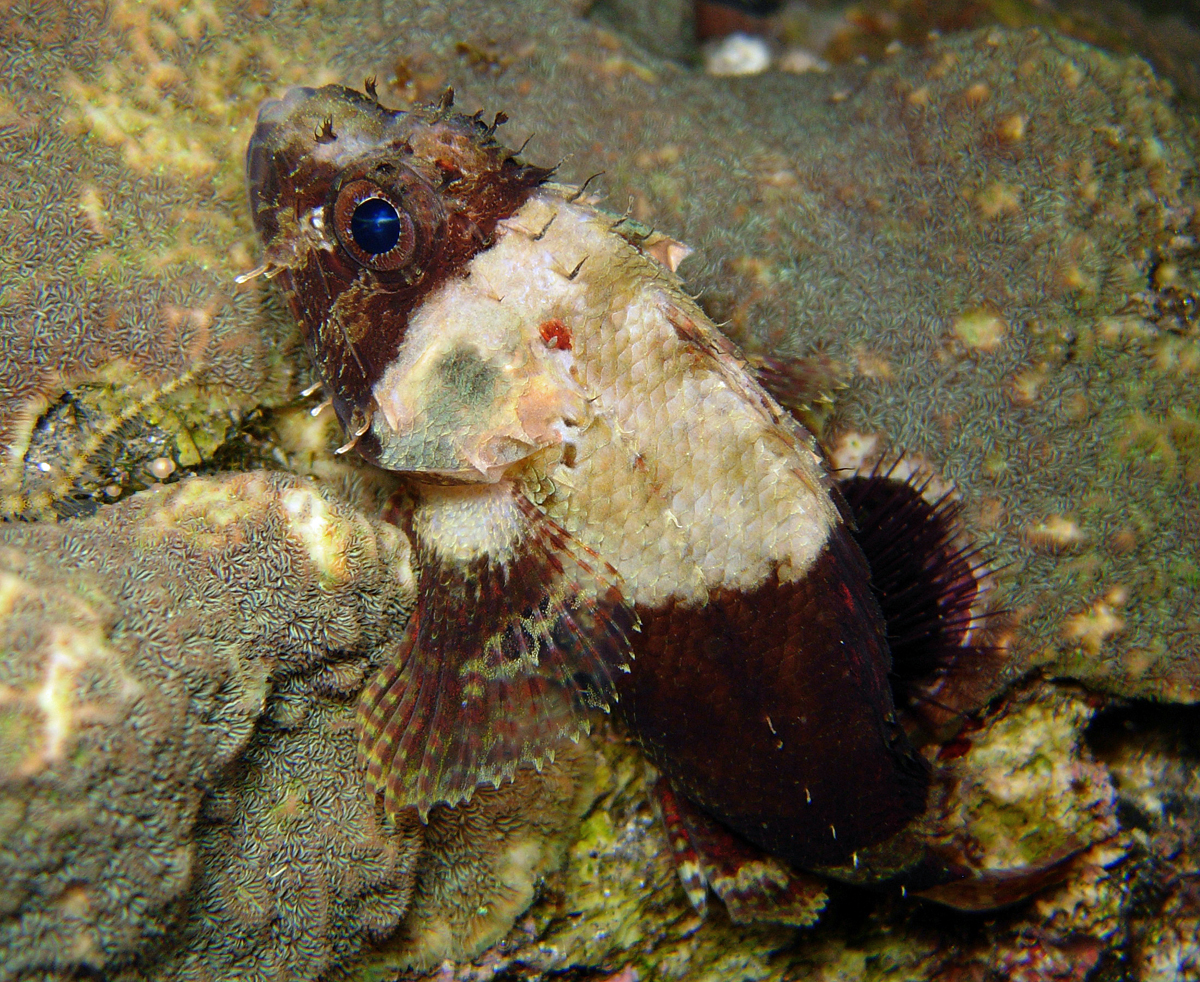
Scorpaenodes parvipinnis
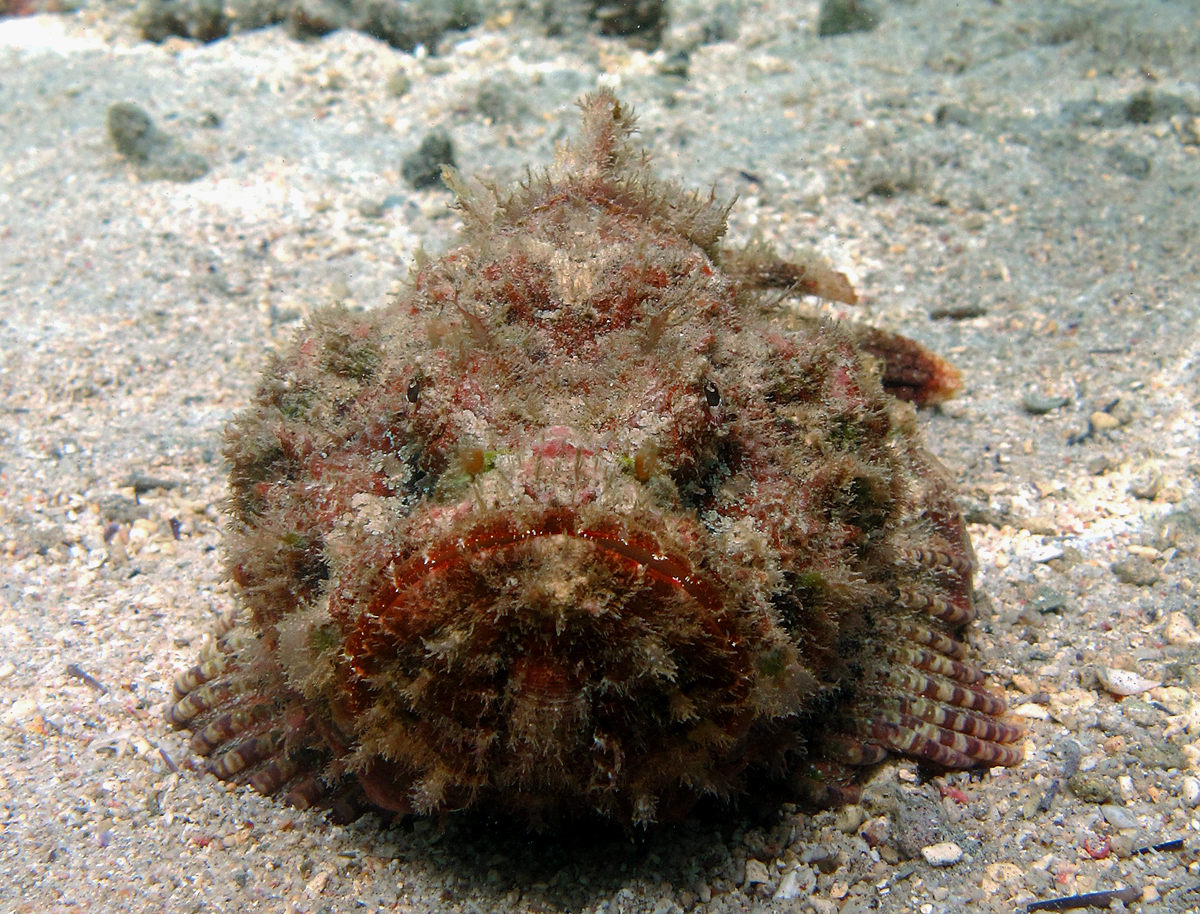
Un poisson-diable ou faux-poisson pierre (Scorpaenopsis diabolus)
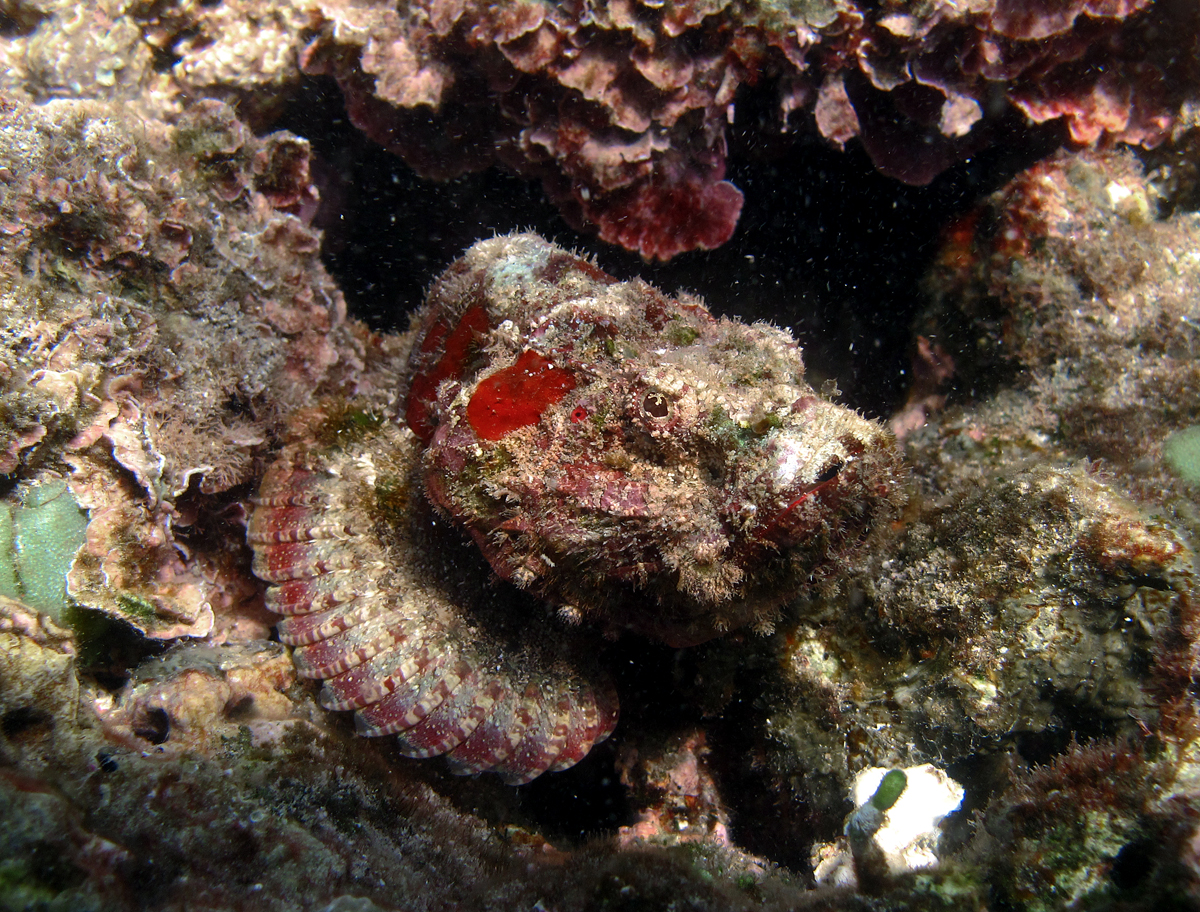
Un poisson-scorpion à bosse (Scorpaenopsis gibbosa)
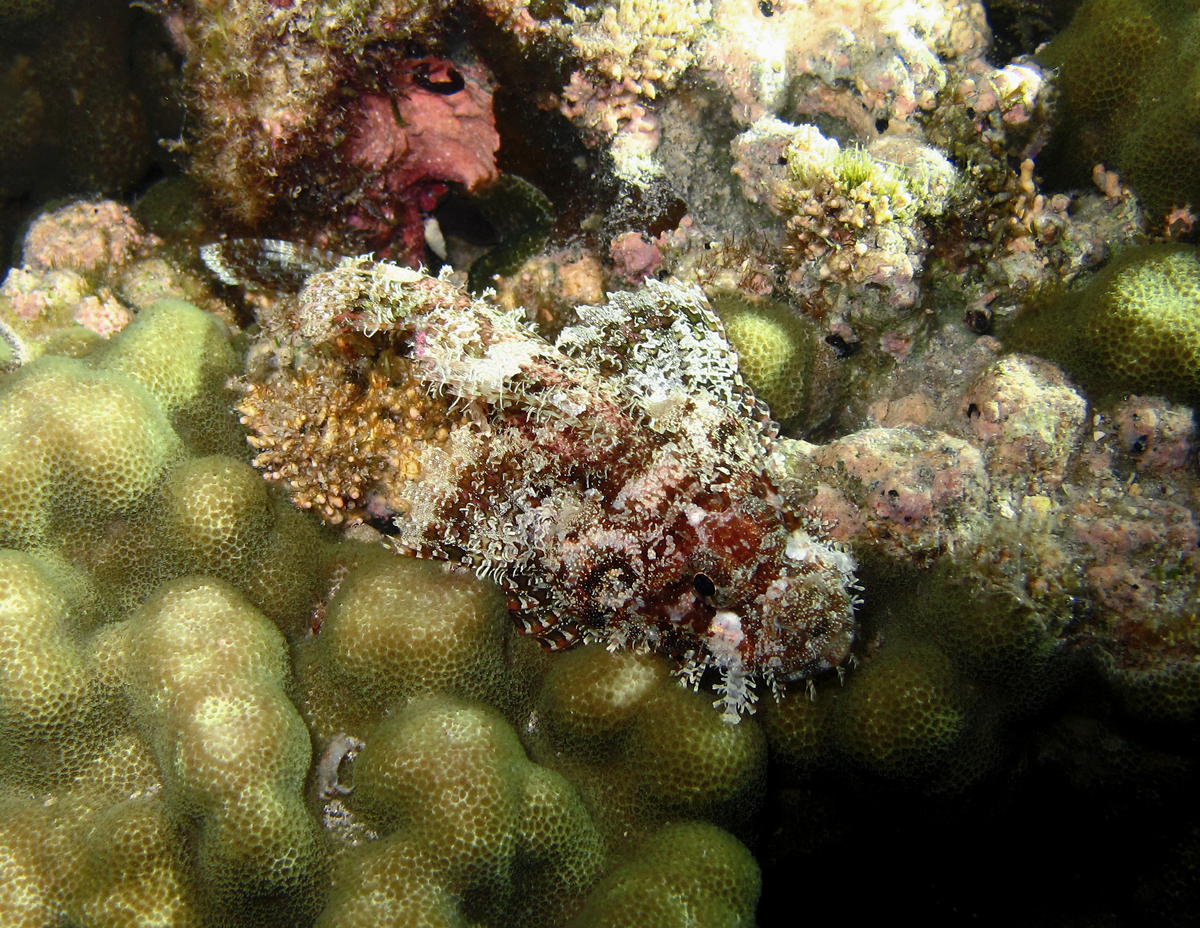
Scorpaenopsis venosa de nuit
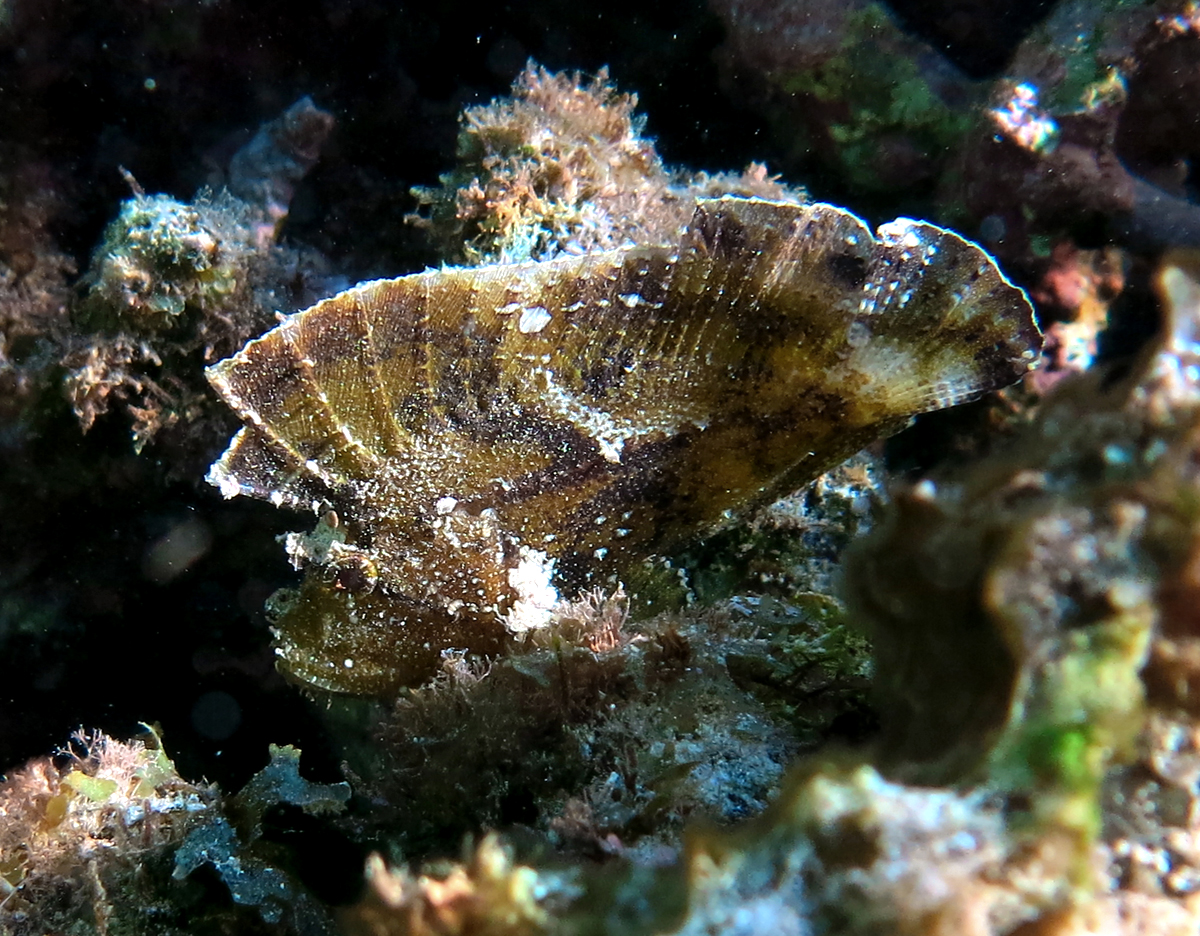
Un Poisson-scorpion feuille (Taenianotus triacanthus)
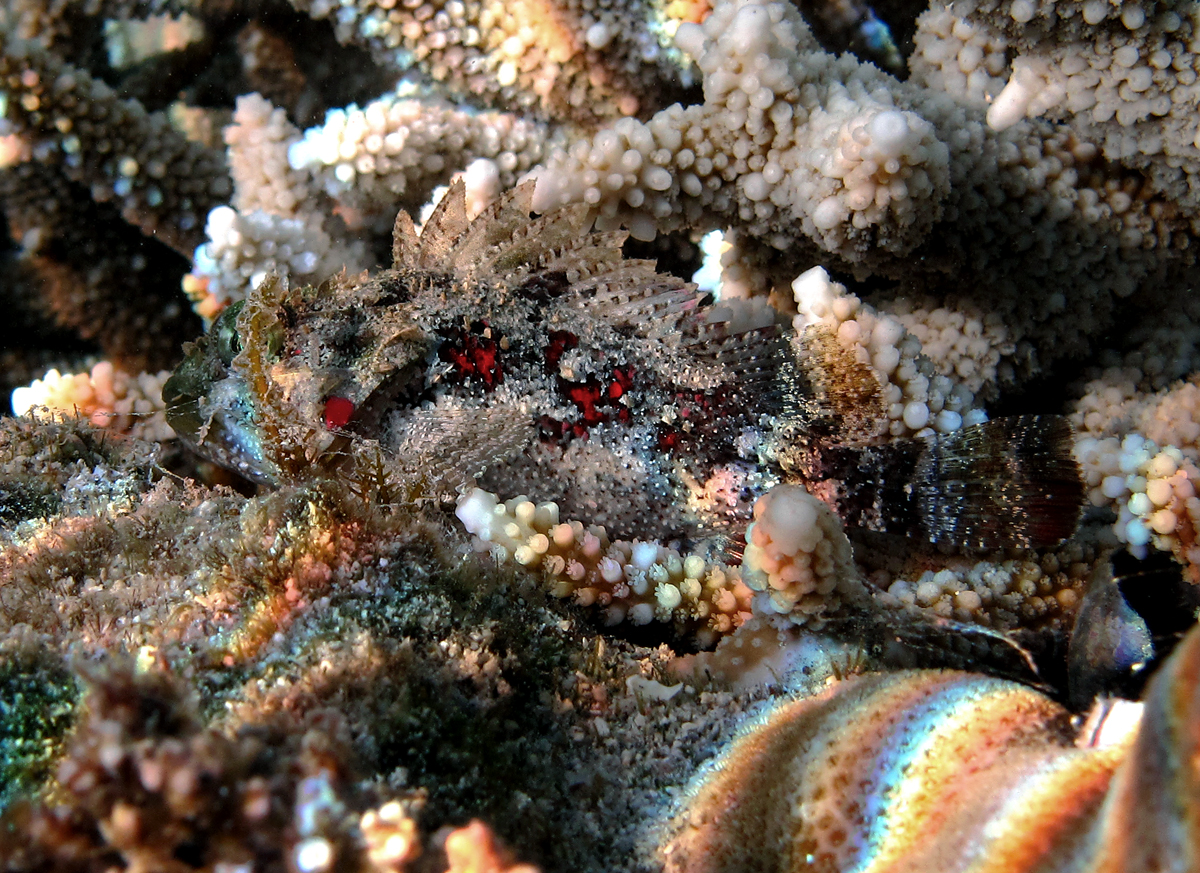
Un Sebastapistes mauritiana?
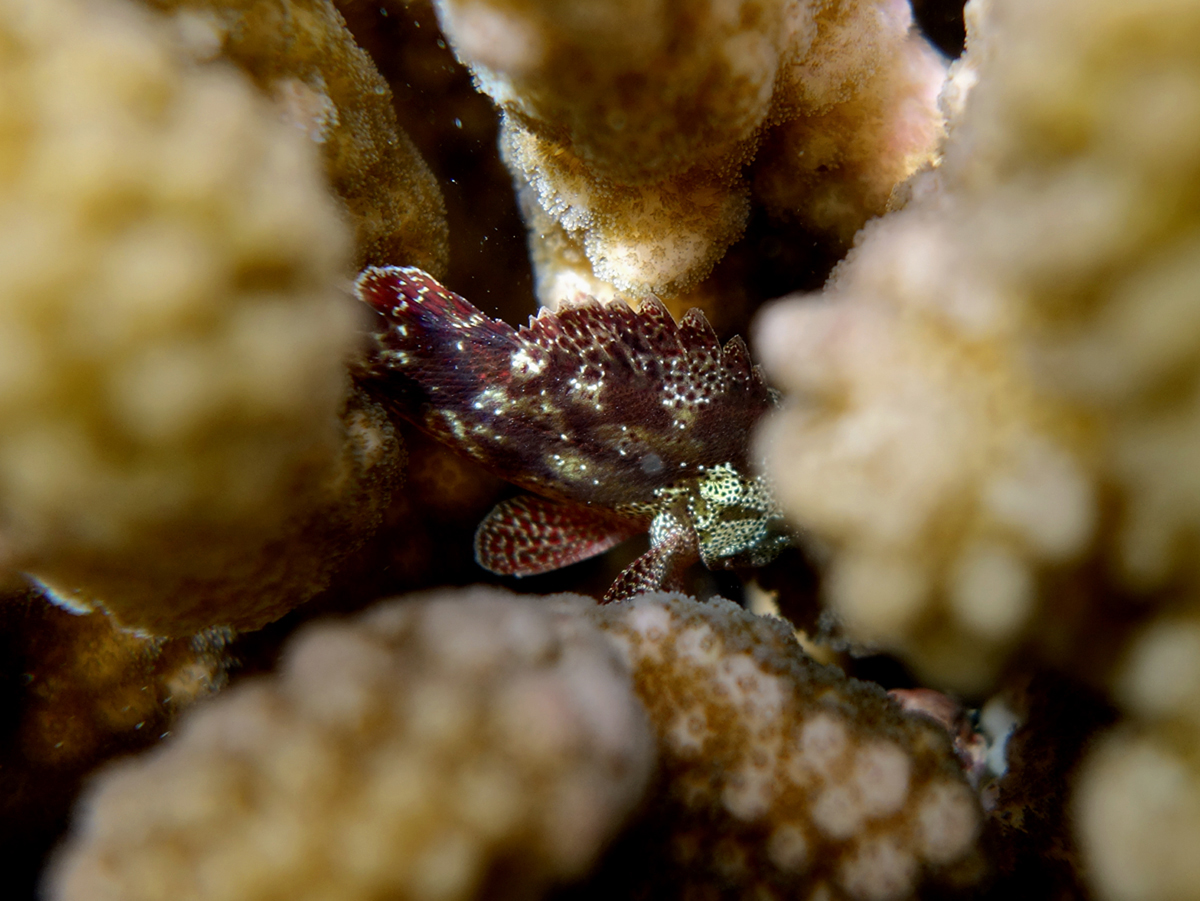
Une rascasse à points sombres (Sebastapistes tinkhami)
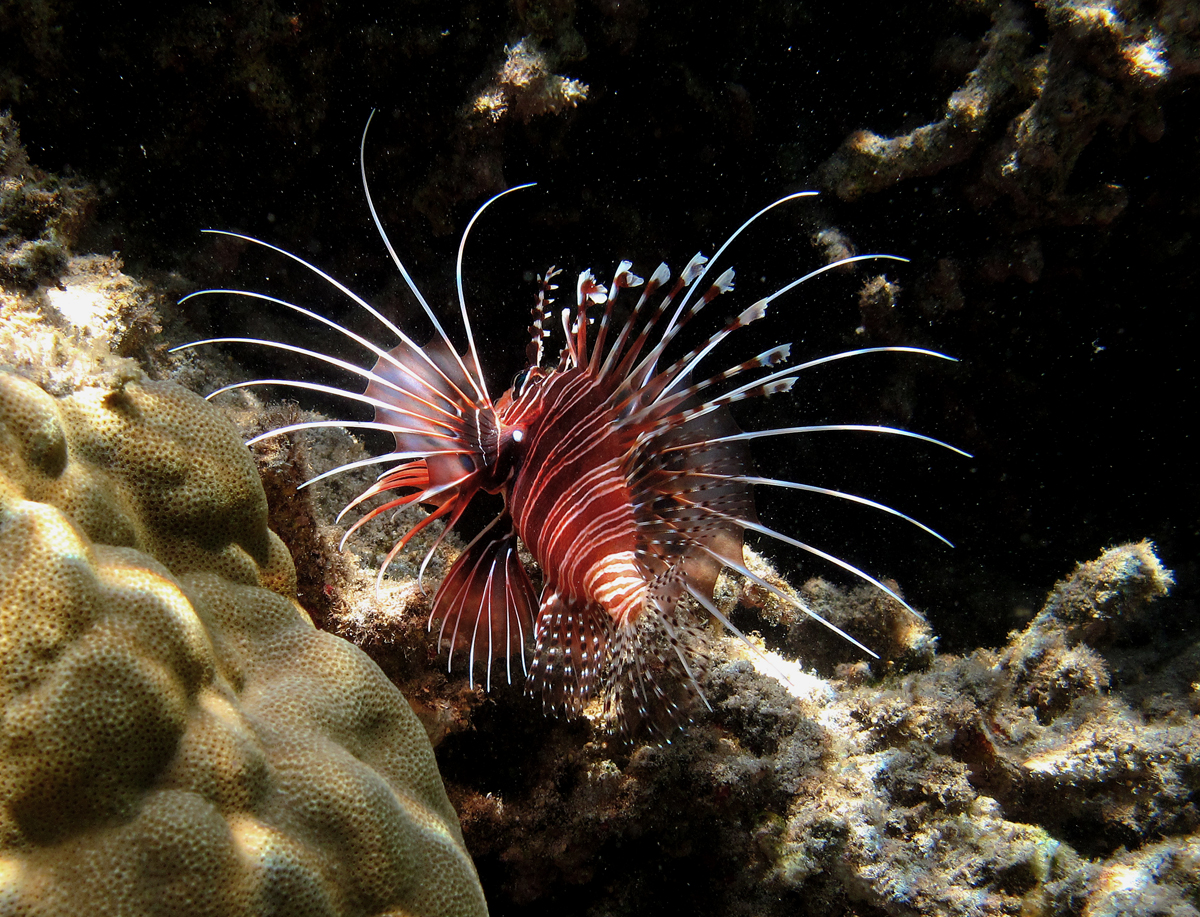
Un poisson scorpion à antennes (Pterois antennata)
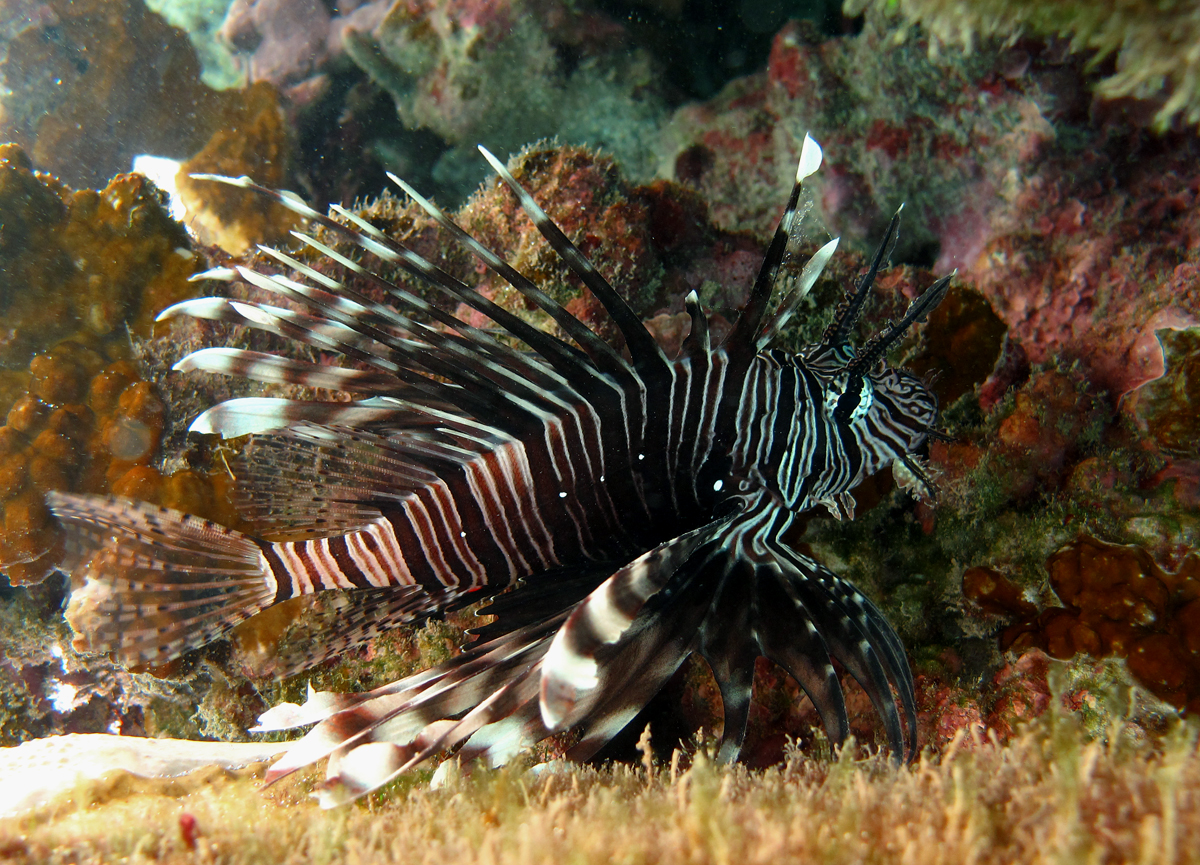
Une rascasse volante (Pterois miles)
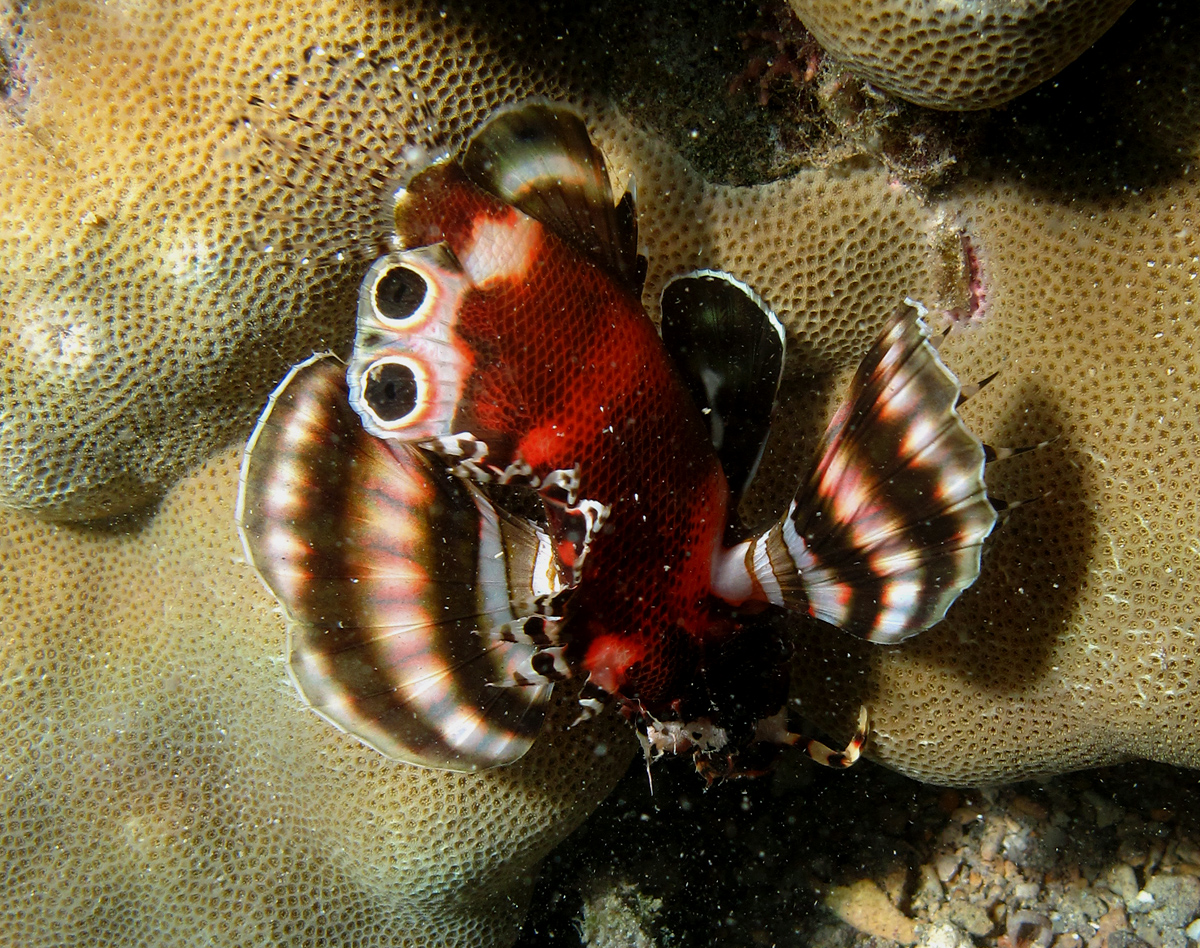
Un pterois ocellé (Dendrochirus biocellatus)
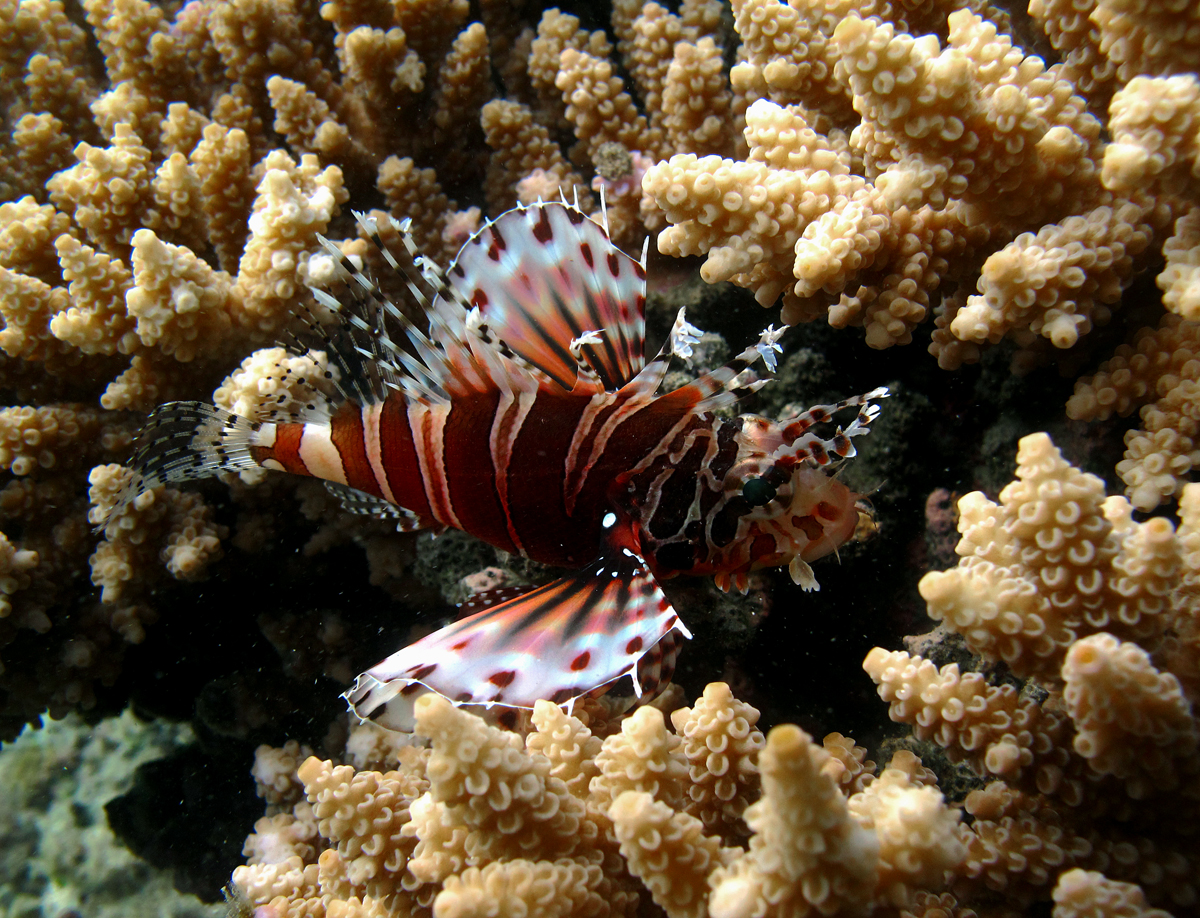
Un pterois zèbre Dendrochirus zebra
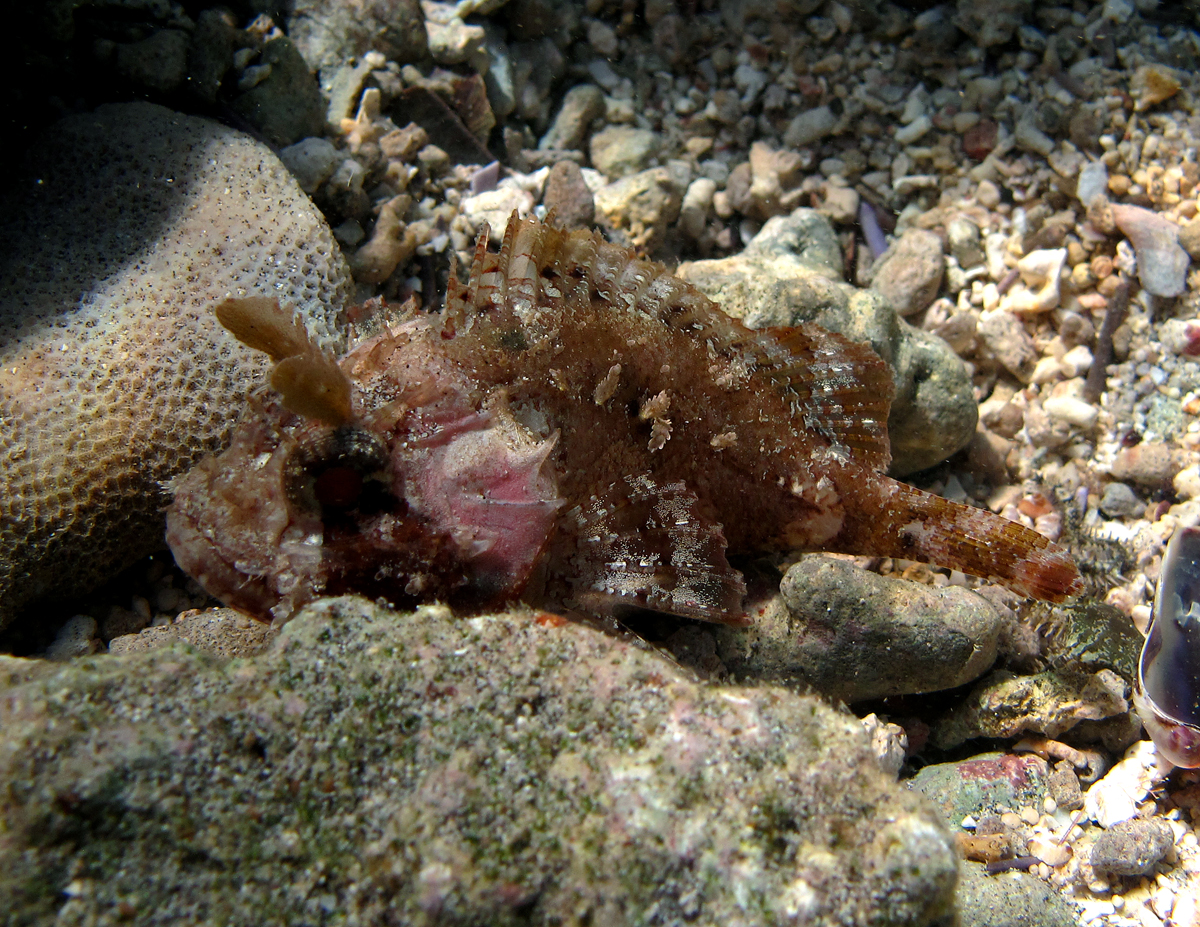
Parascorpaena mcadamsi
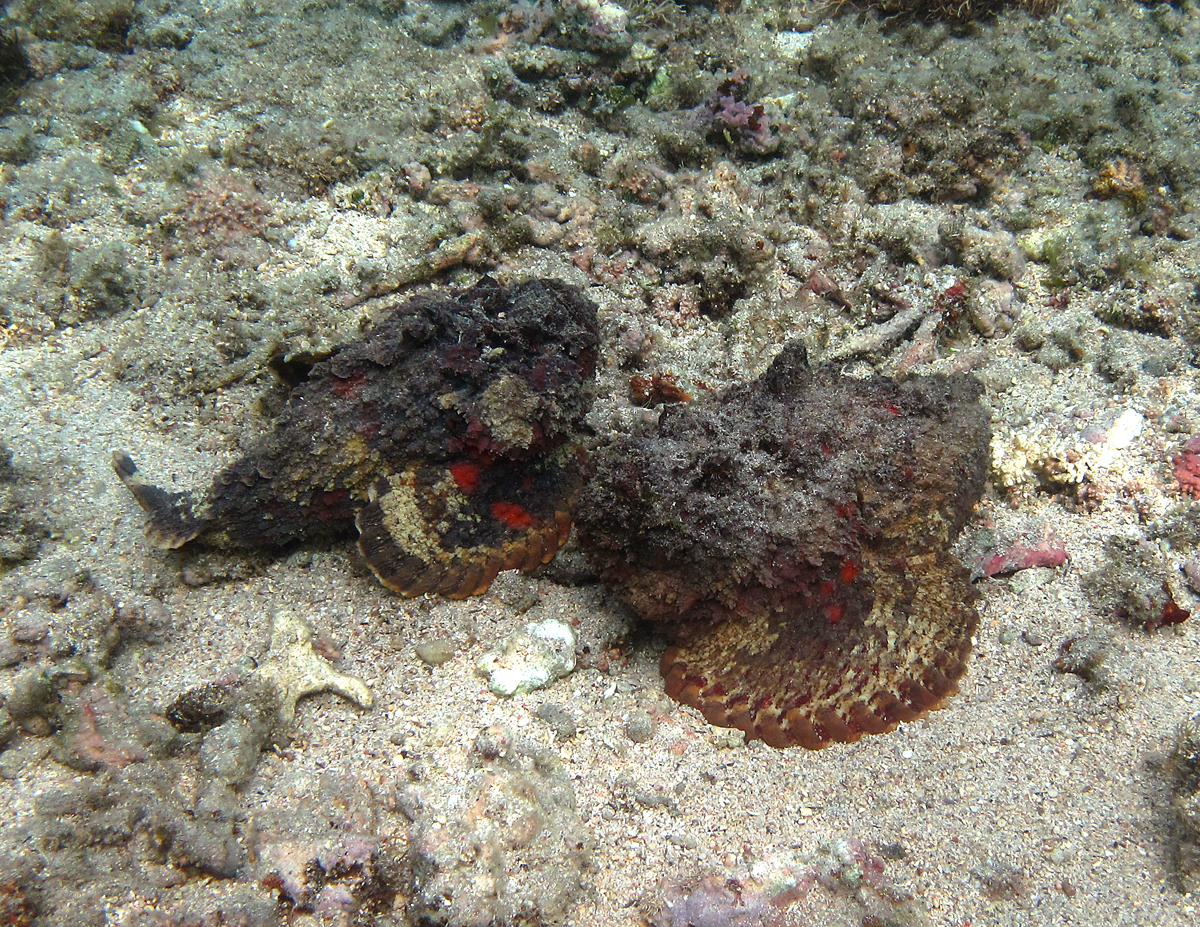
Deux dangereux poissons-pierres (Synanceia verrucosa)

#### PoissonsPerciformes
Le nom de cet ordre vient du mot grec « perke », donnant le latin « perca », qui signifie perche. Cet ordre, qui regroupe presque un tiers des poissons marins, doit être compris comme provisoire en attendant que les relations de parenté entre les espèces qu’il inclut soient mieux comprises.

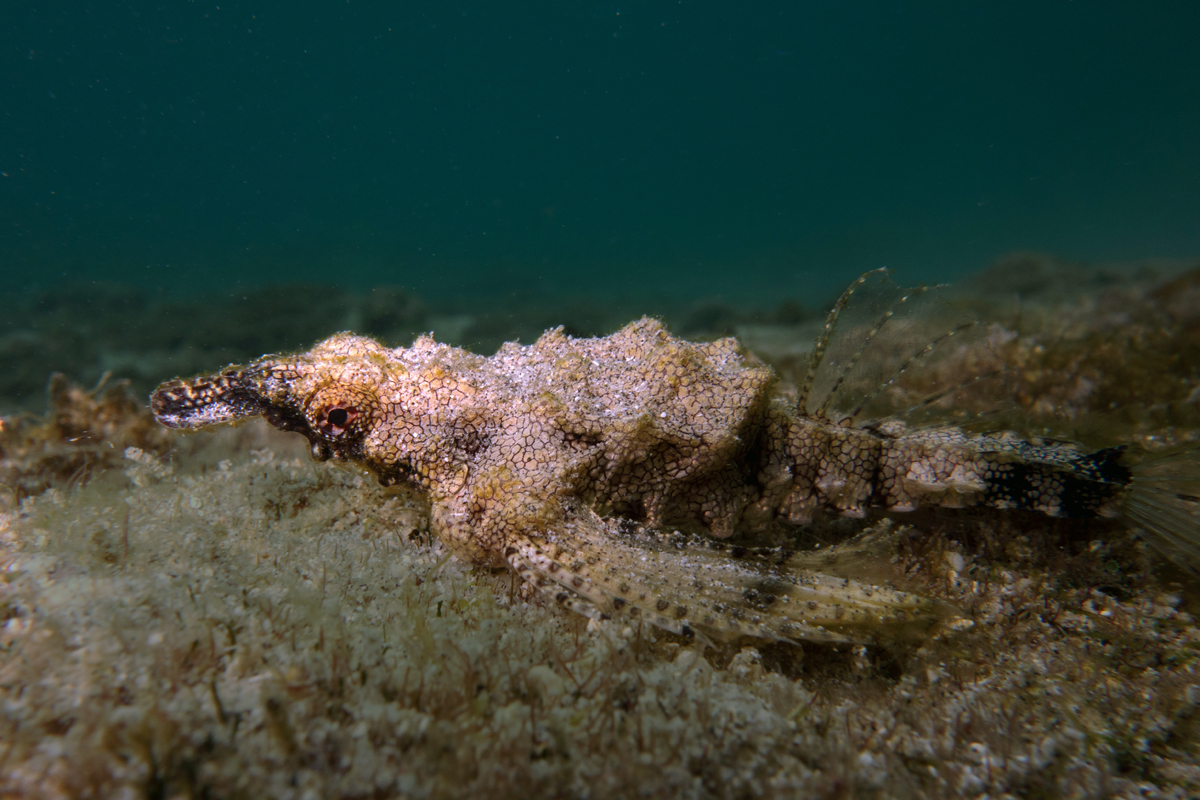
Un poisson-pégase (Eurypegasus draconis)
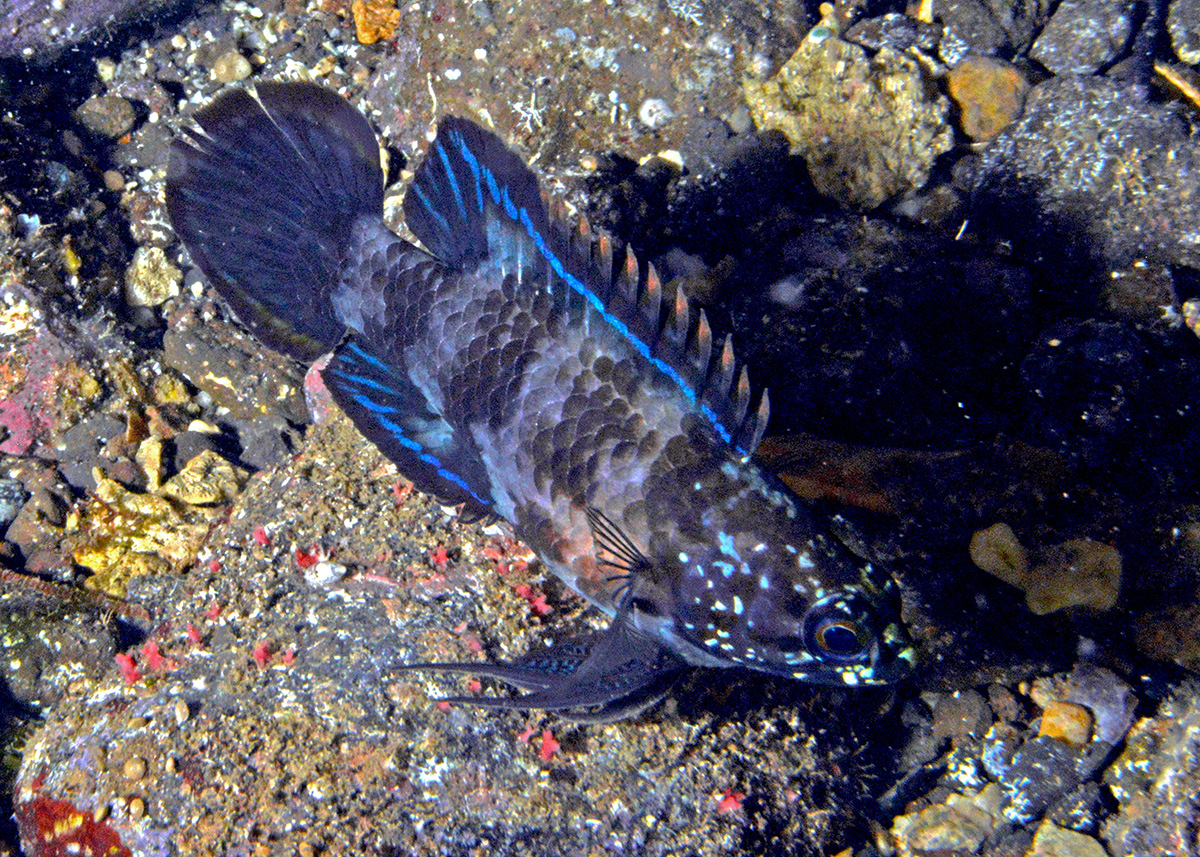
Plesiops coeruleolineatus
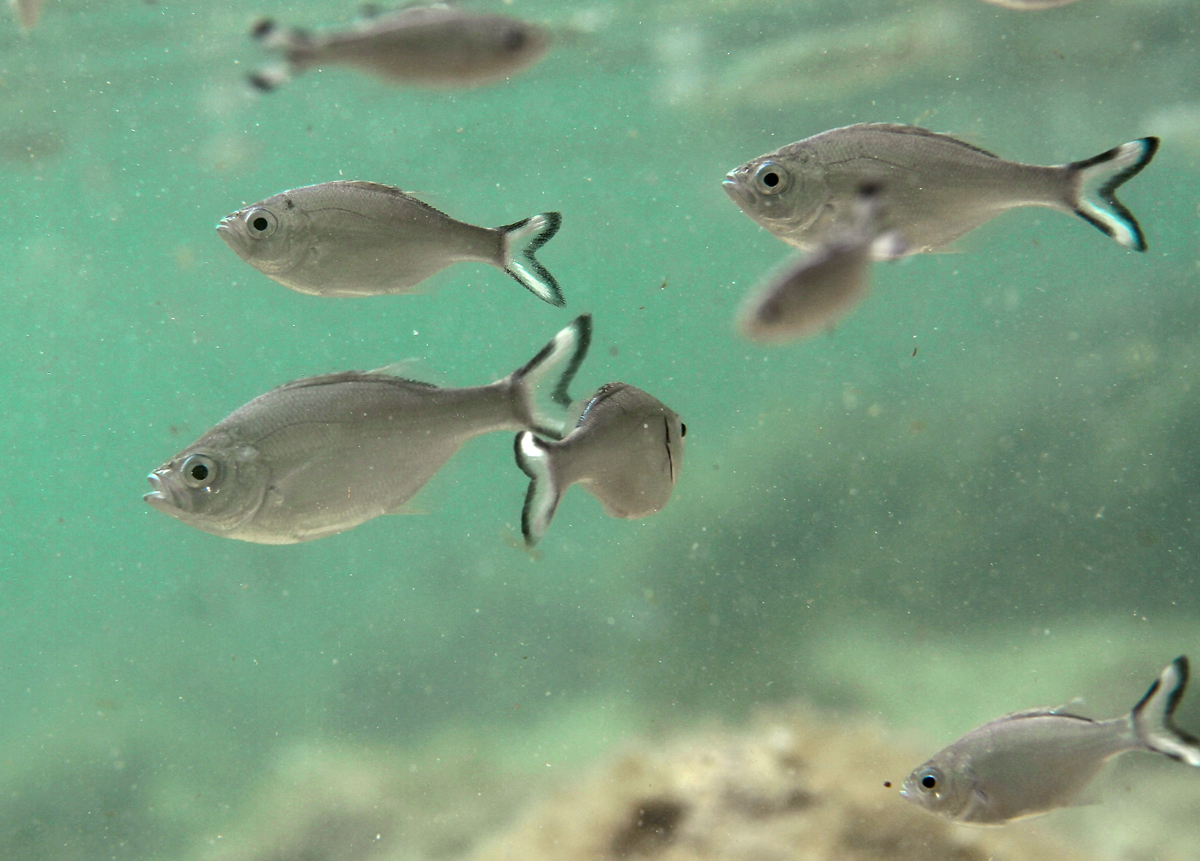
Un banc de Kuhlia caudavittata juvéniles
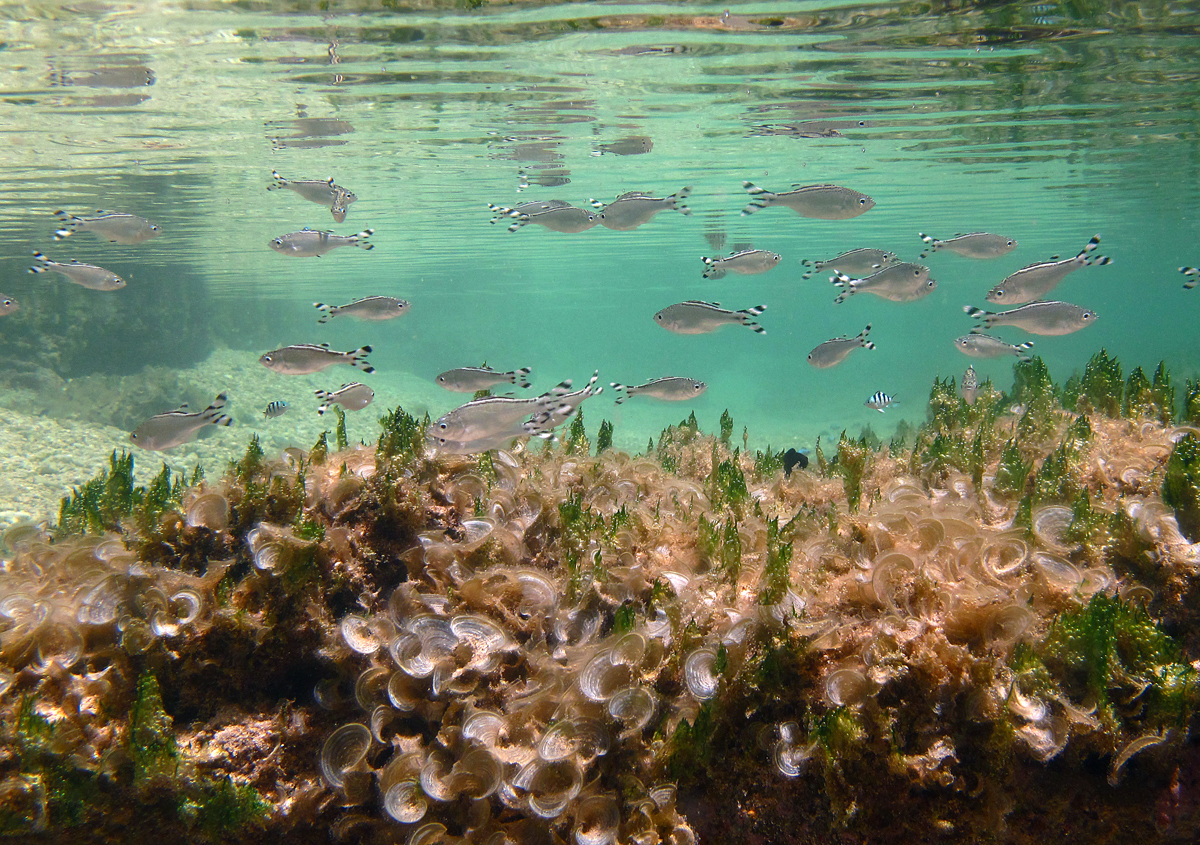
Un banc de poissons pavillons rayés (Kuhlia mugil) juvéniles
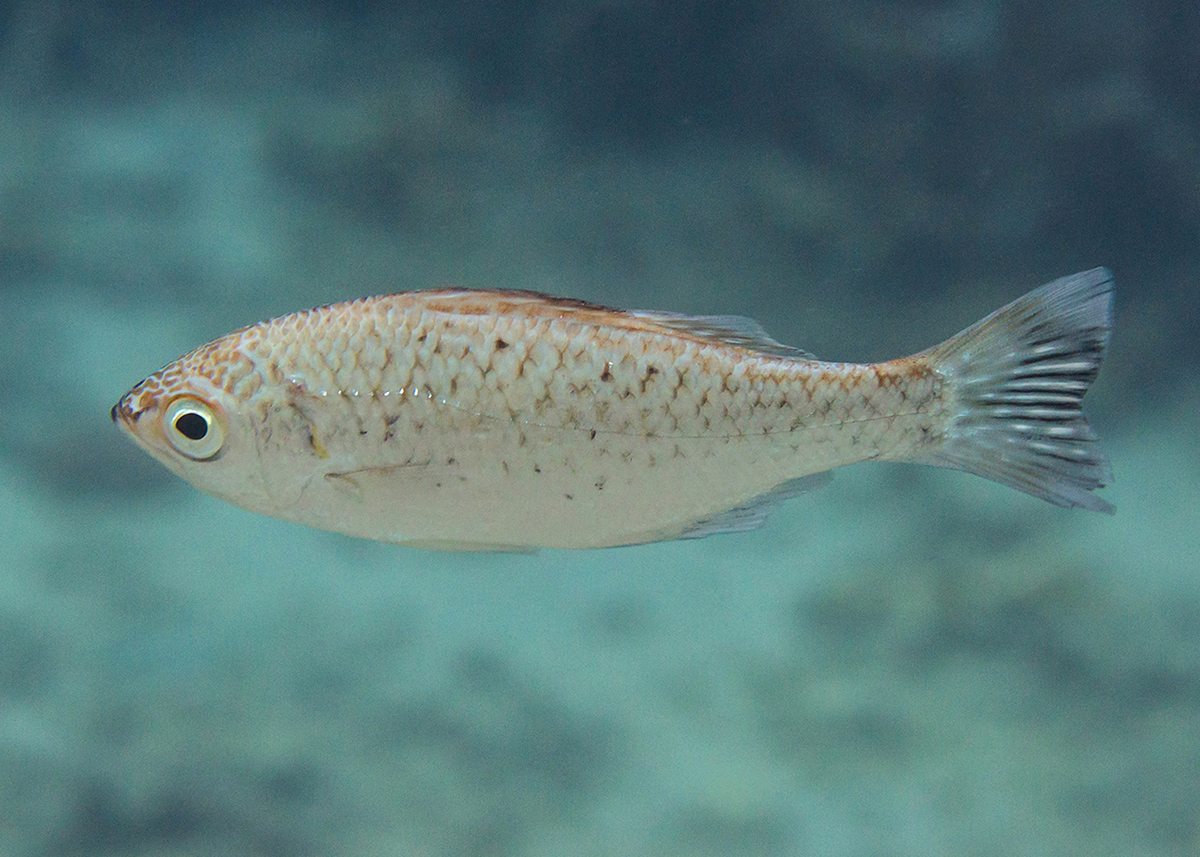
Kuhlia sauvagii
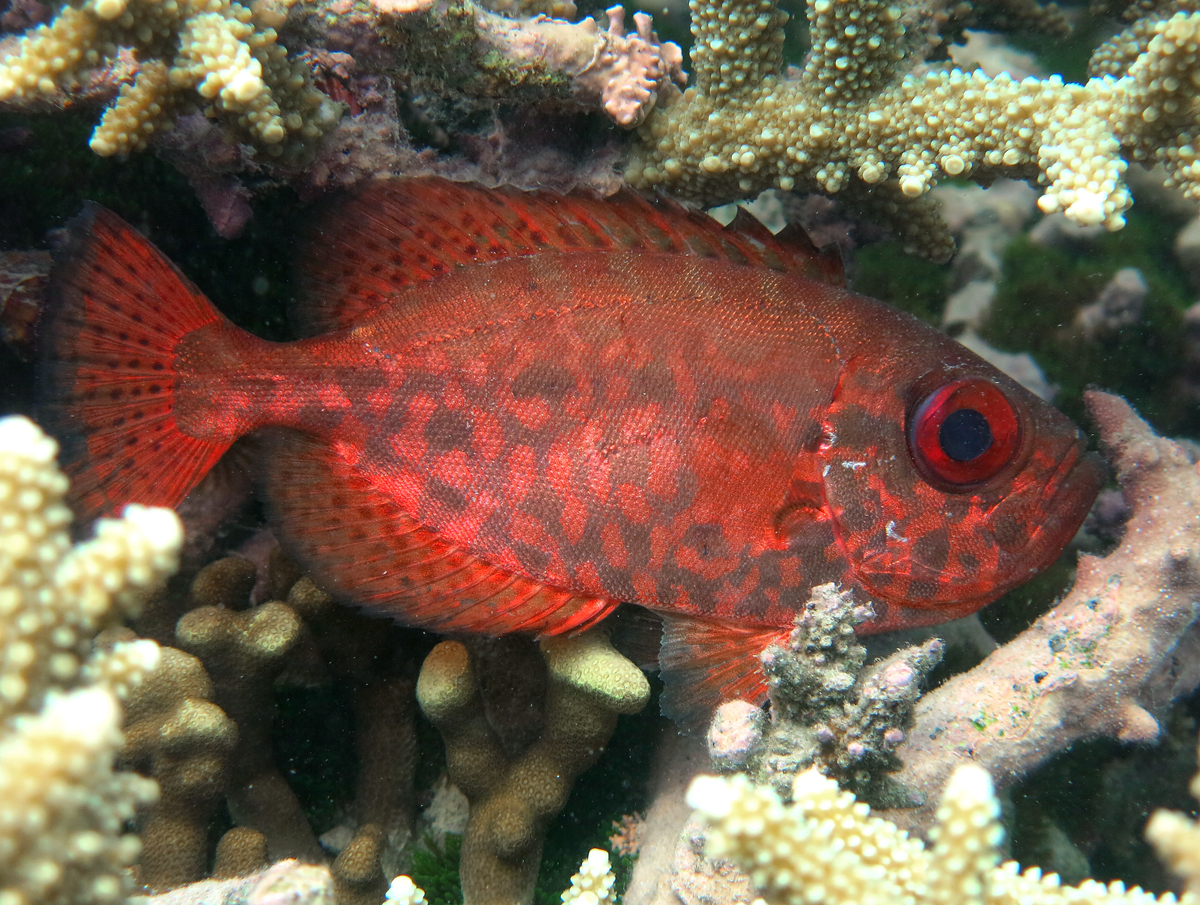
Un beauclaire (Heteropriacanthus cruentatus)
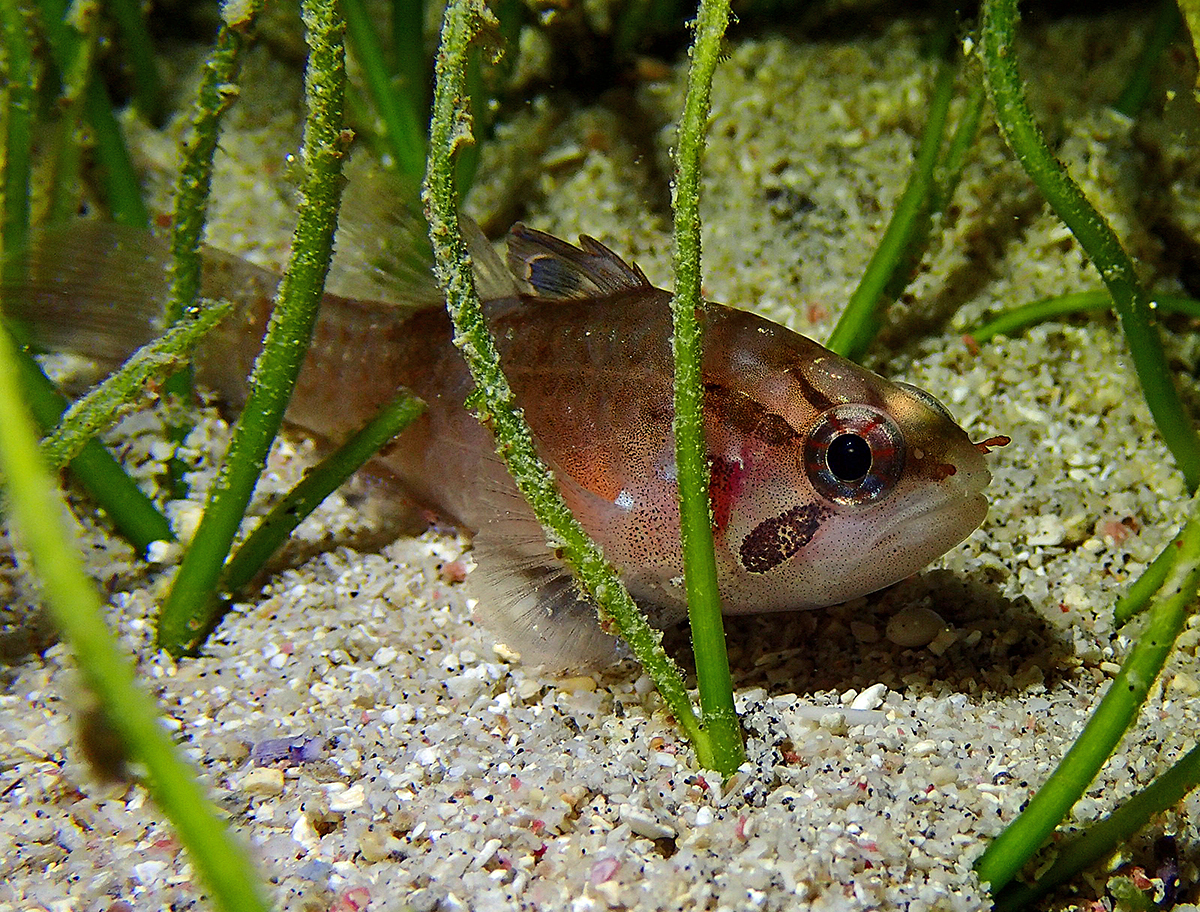
Un poisson-cardinal Apogonichthys ocellatus, de nuit
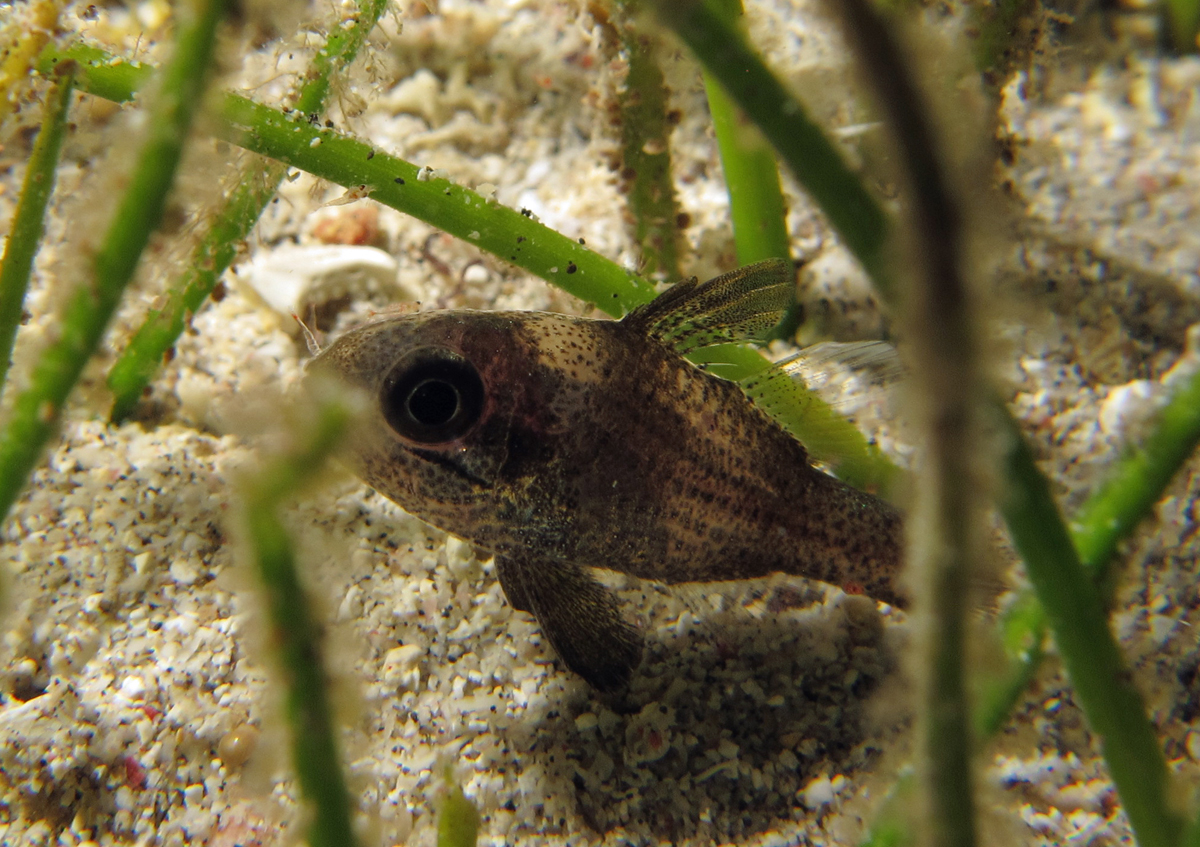
Un poisson-cardinal Apogonichthyoides timorensis
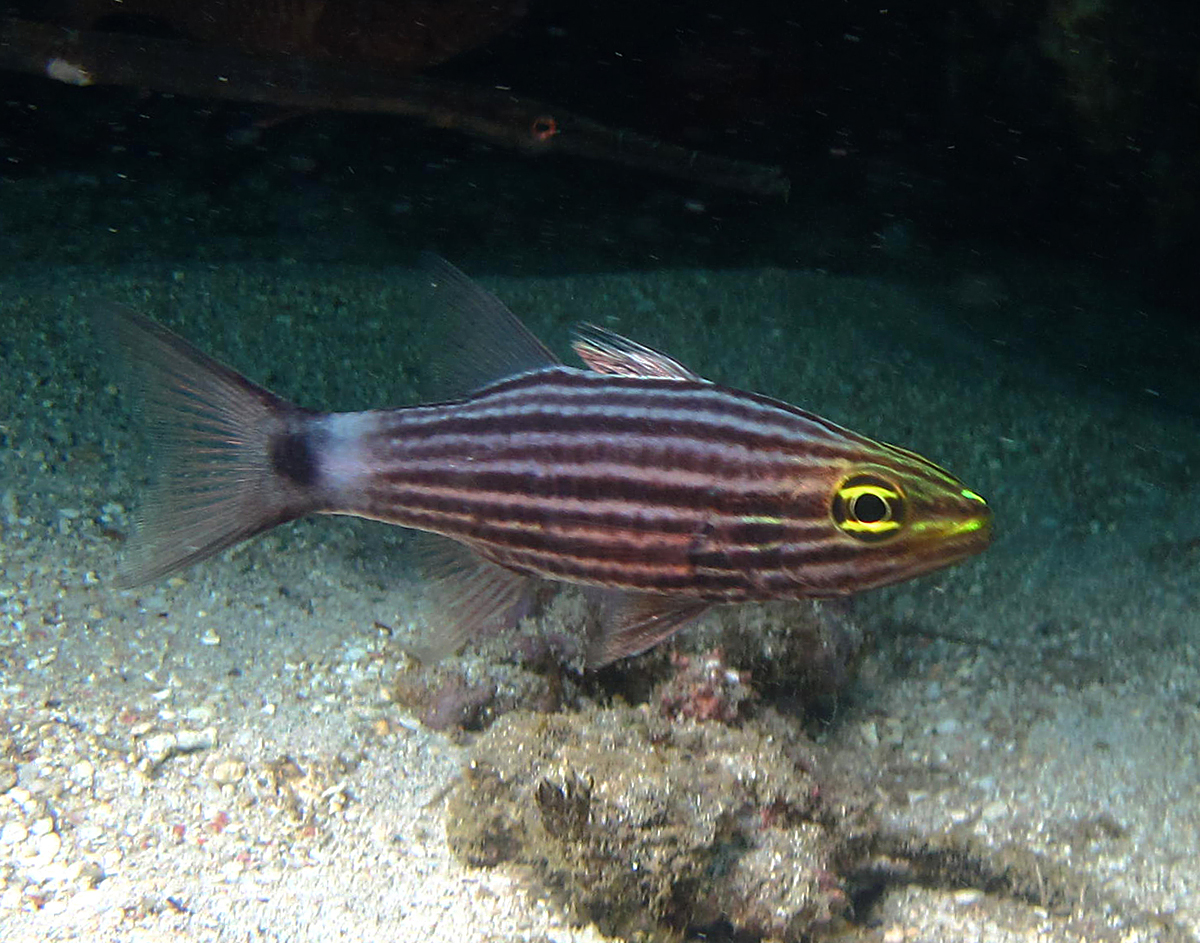
Un apogon à grandes dents (Cheilodipterus macrodon) juvénile
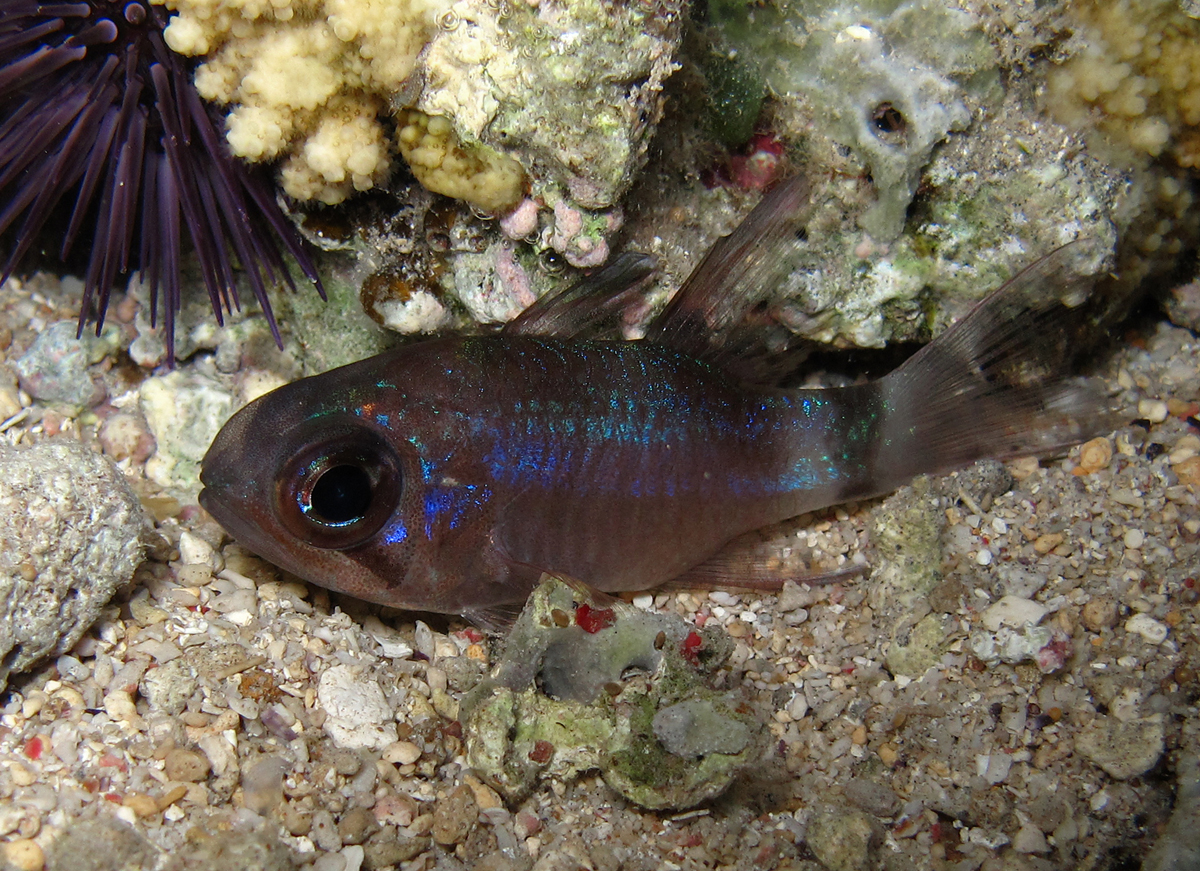
Un poisson-cardinal fantôme (Nectamia savayensis)
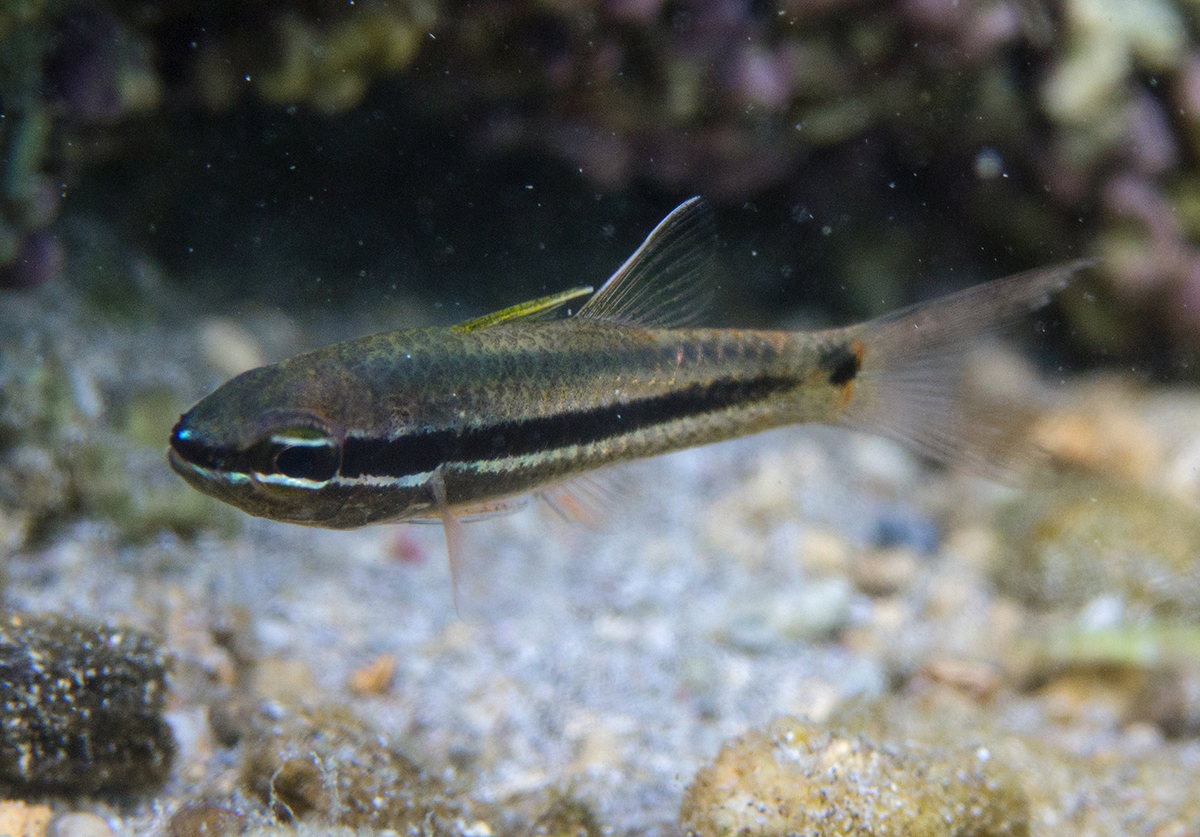
Un apogon à bride (Pristiapogon fraenatus)
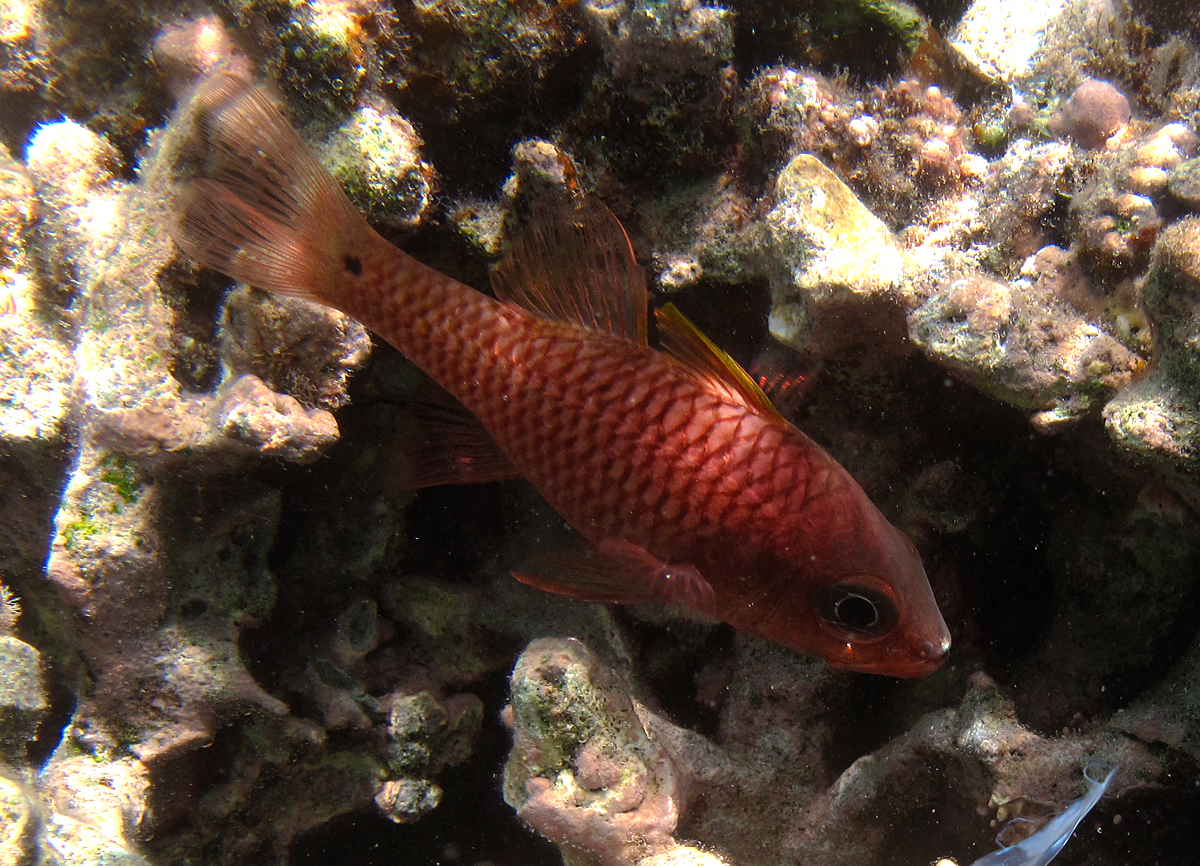
Un poisson-cardinal Pristiapogon kallopterus
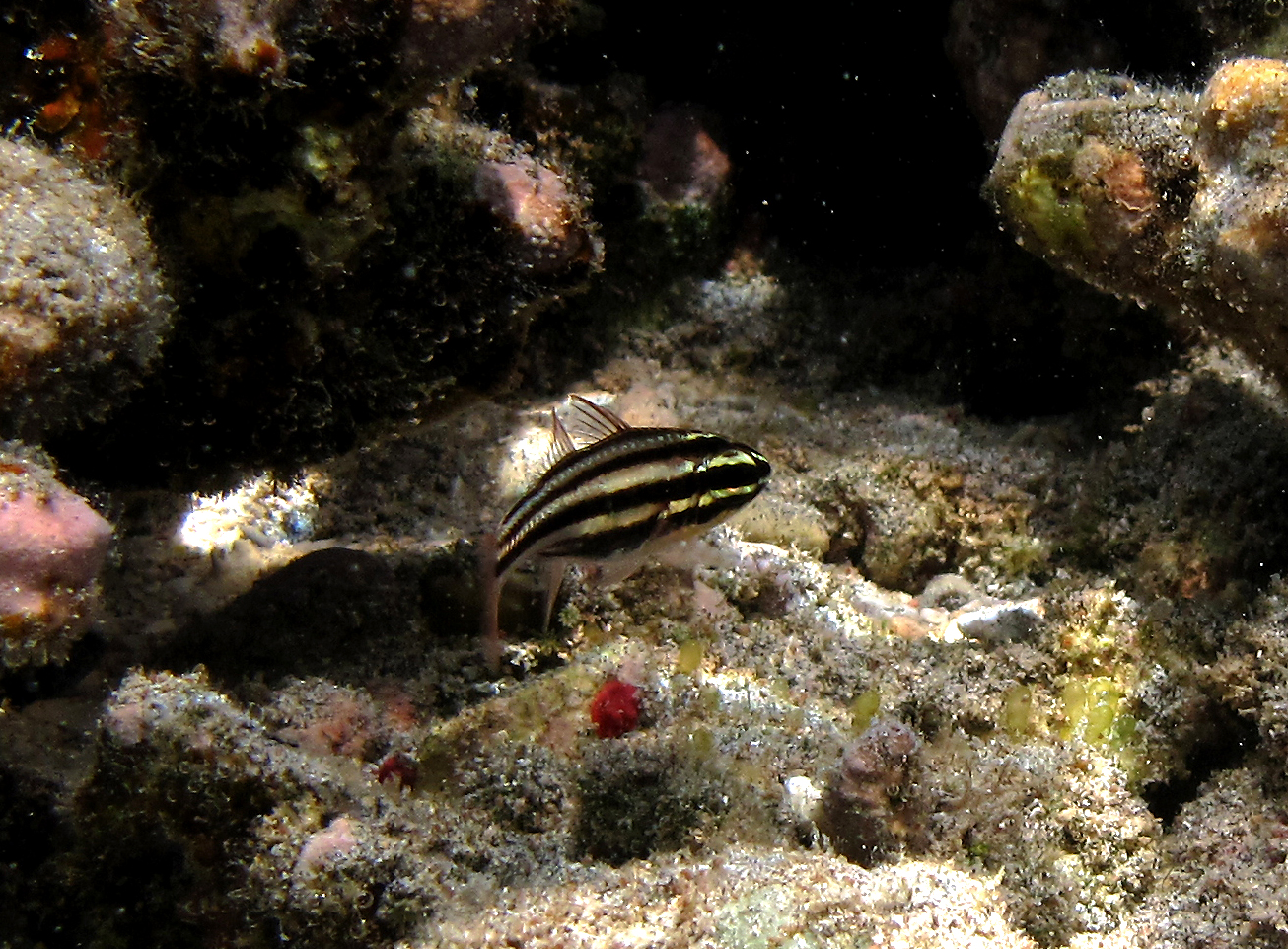
Un apogon Ostorhinchus angustatus
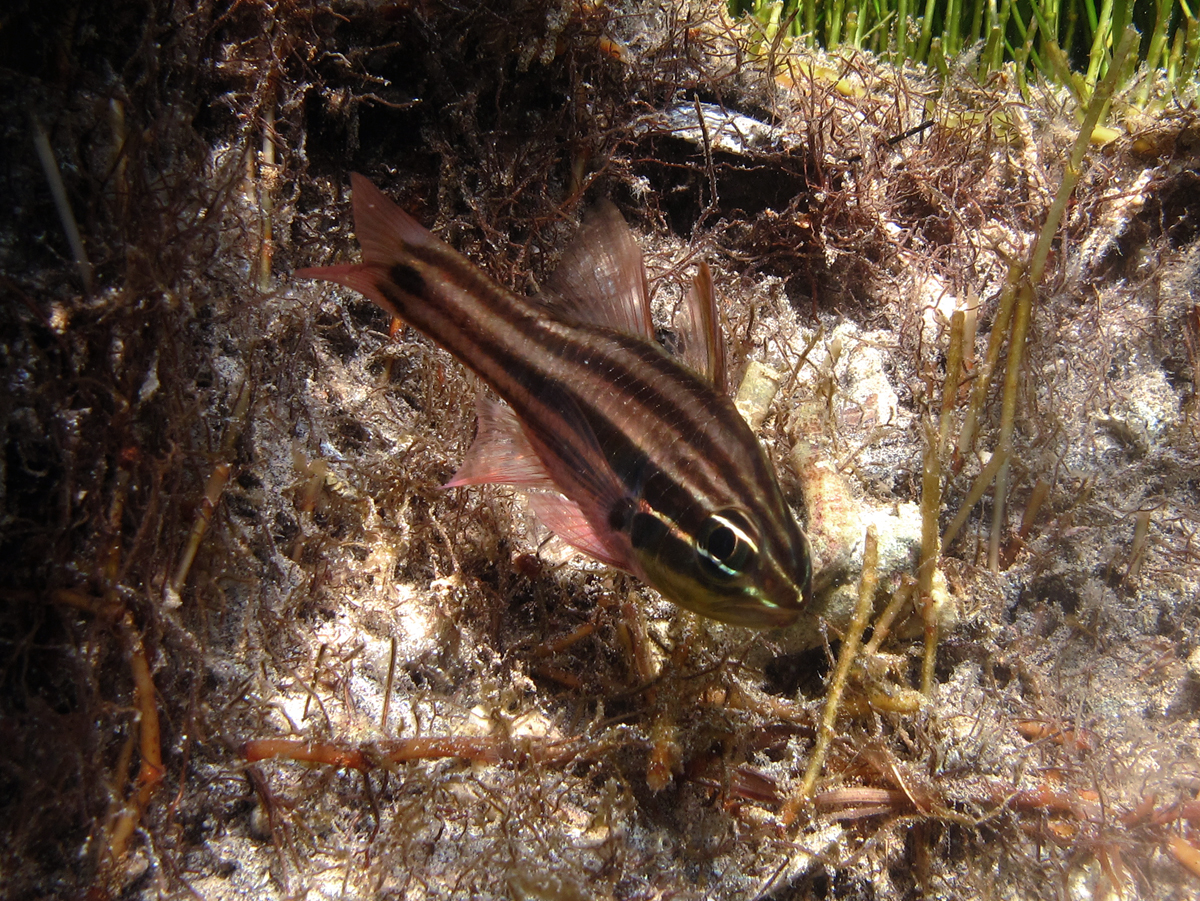
Ostorhinchus sp.
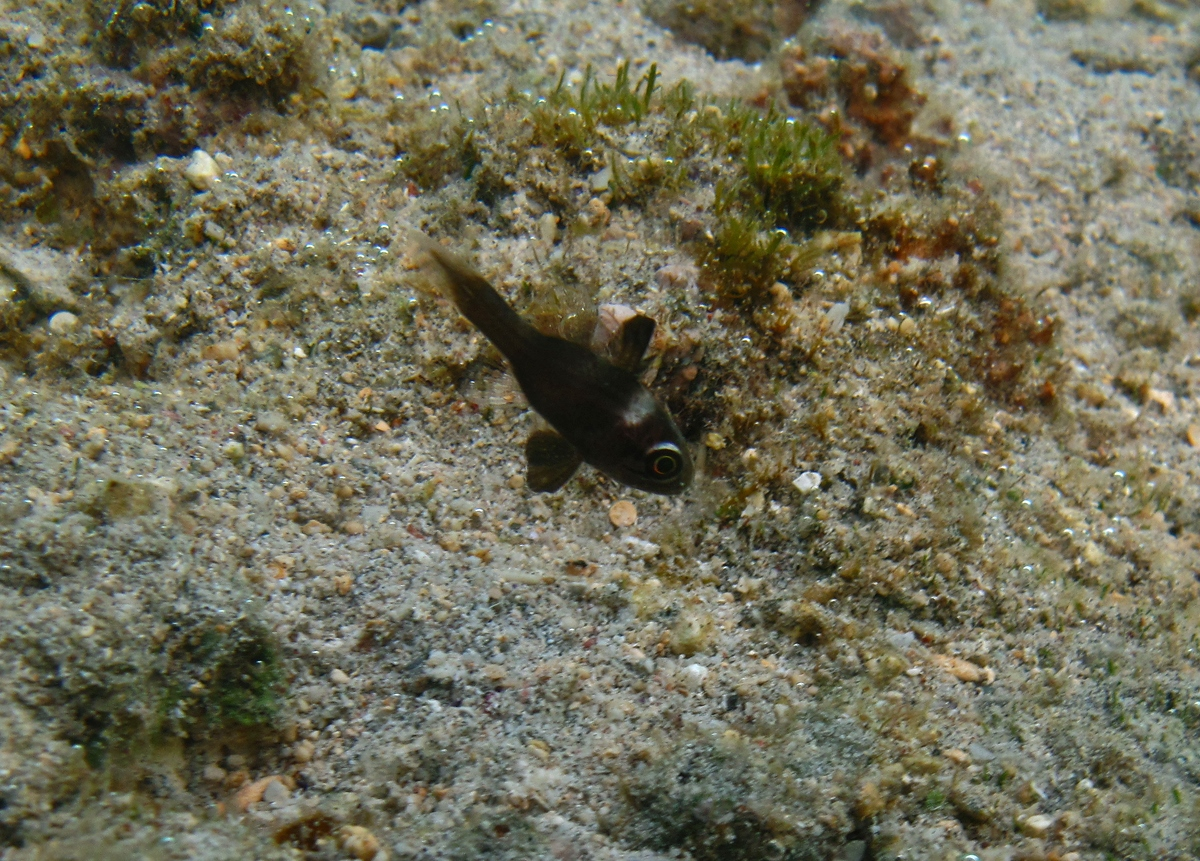
Nectamia sp. juvénile
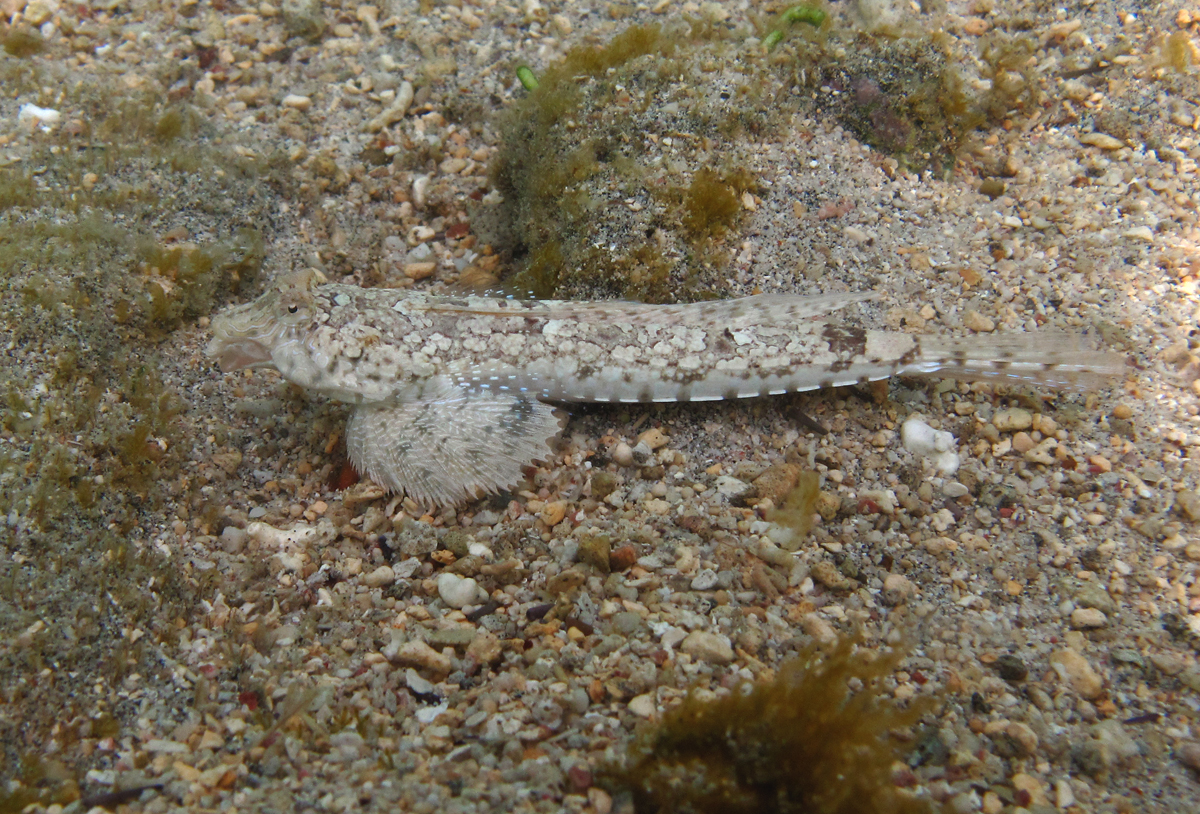
Diplogrammus infulatus
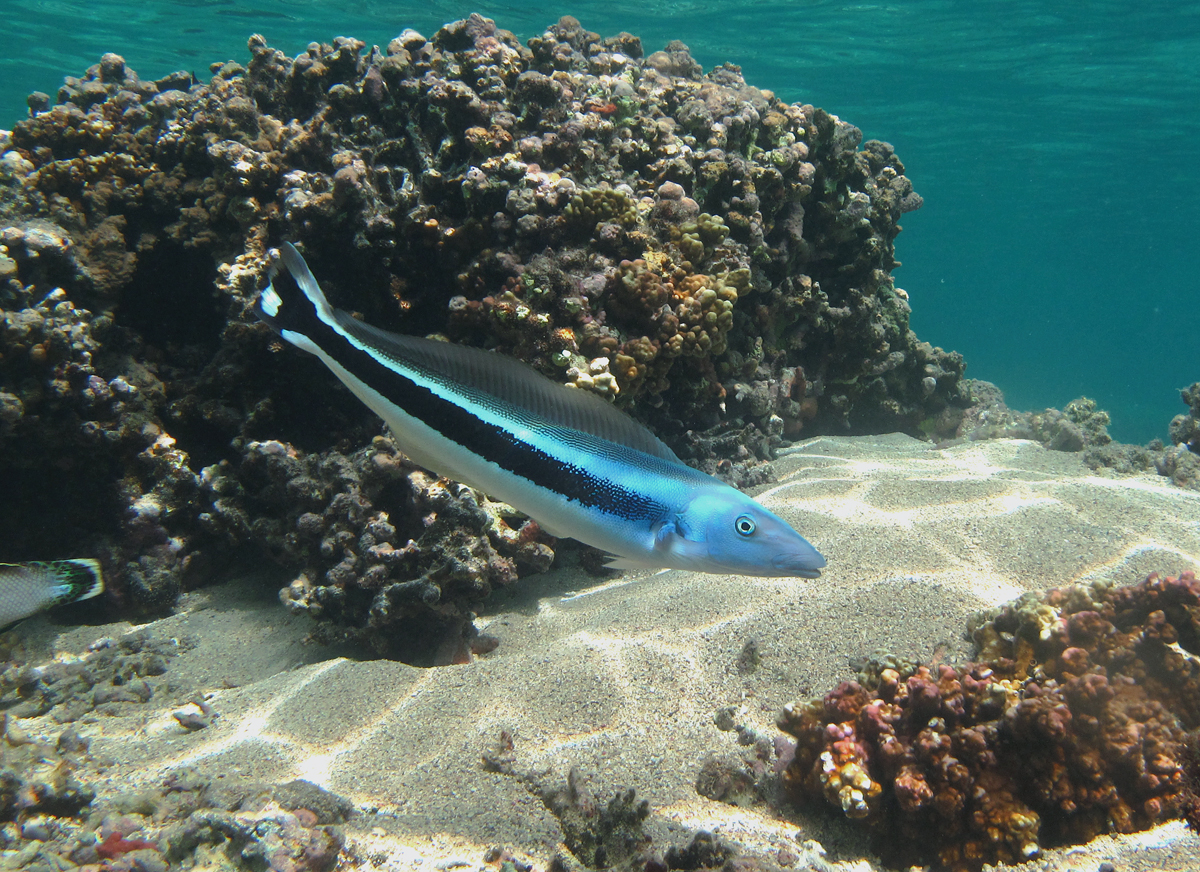
Un malacanthe bleu (Malacanthus latovittatus)
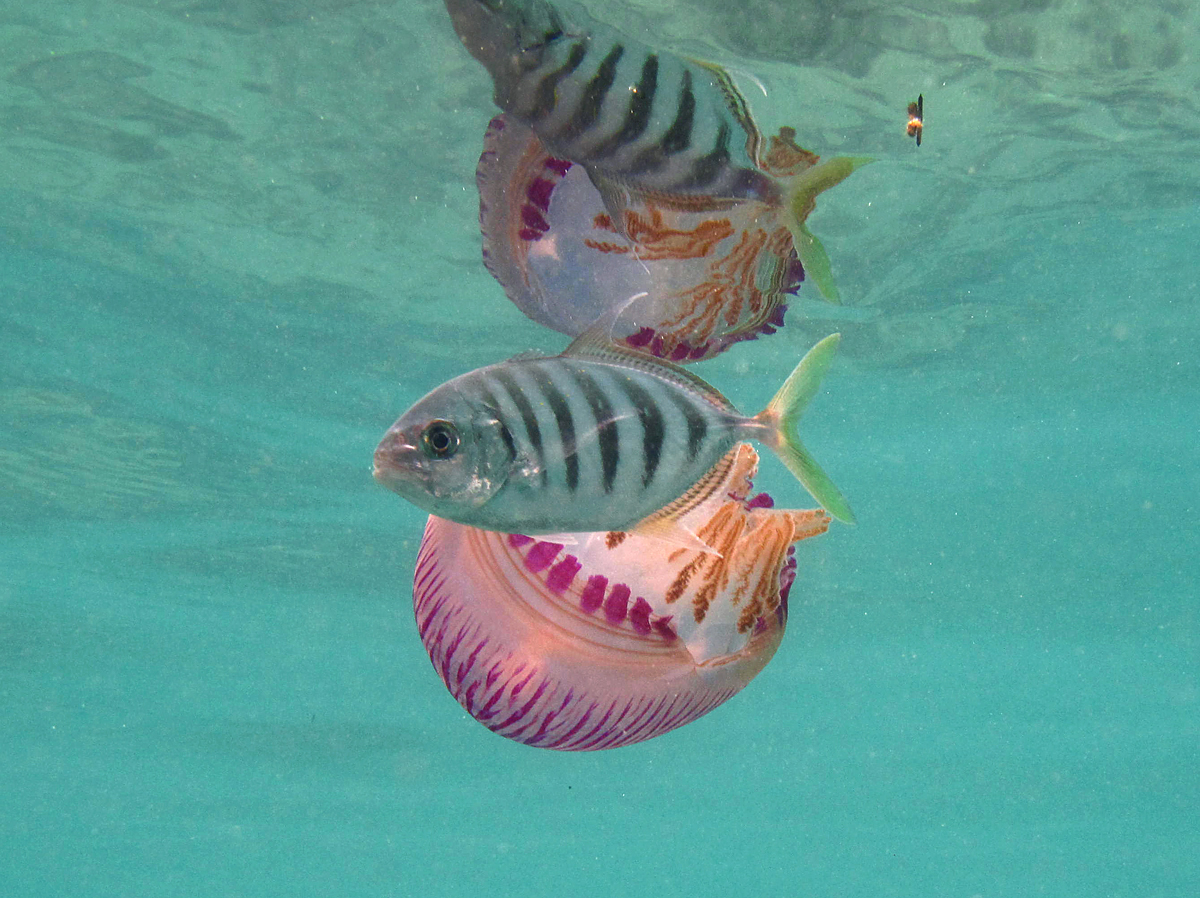
Une carangue rayée (Carangoides ferdau) juvénile avec sa méduse Thysanostoma loriferum
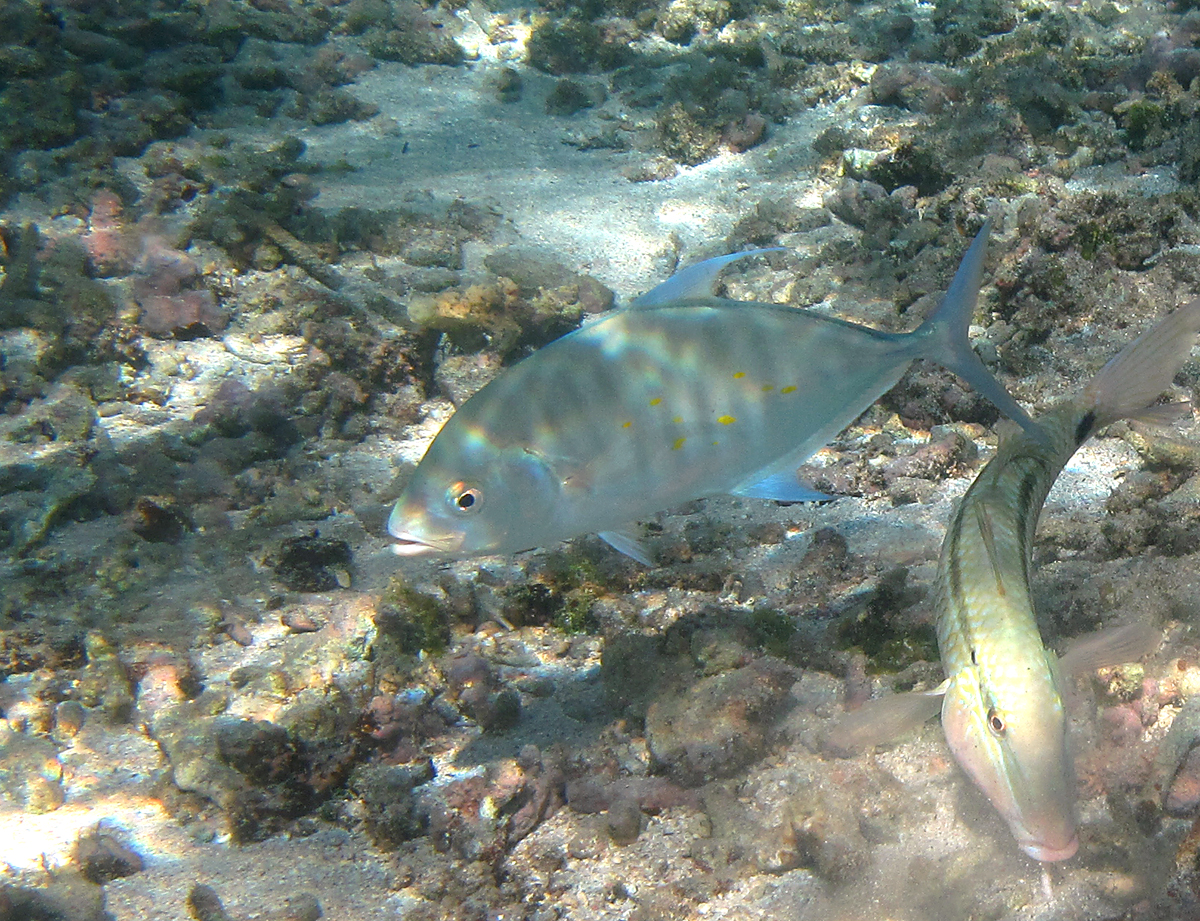
Une jeune carangue tachetée (Carangoides orthogrammus)
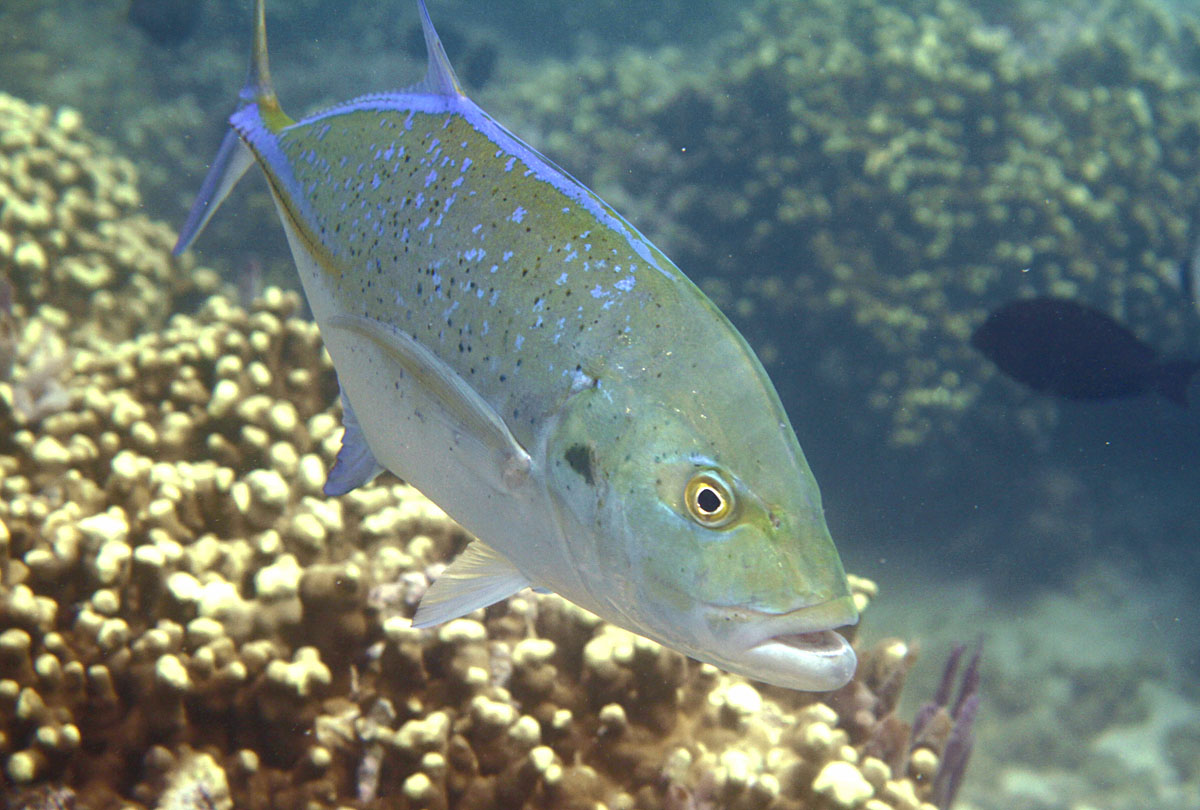
Une carangue bleue (Caranx melampygus)
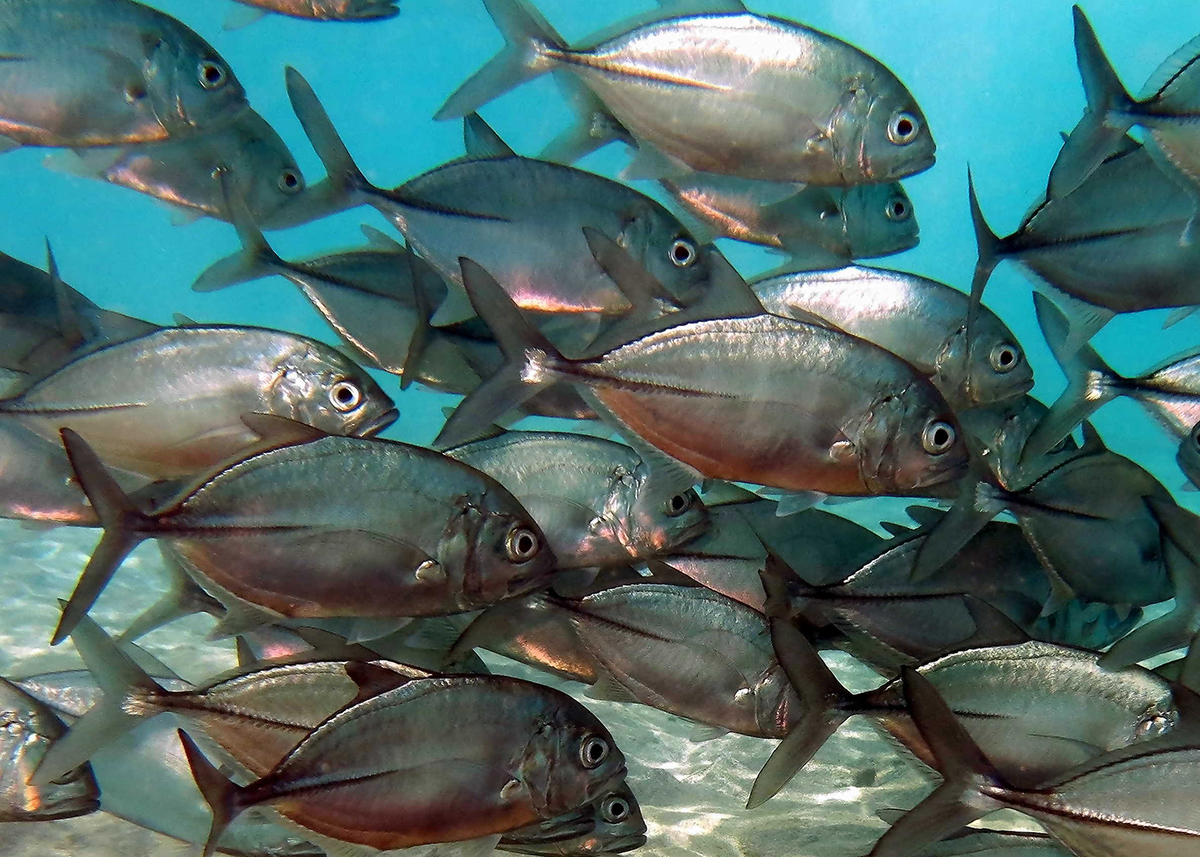
Un banc de carangues voraces (Caranx sexfasciatus)
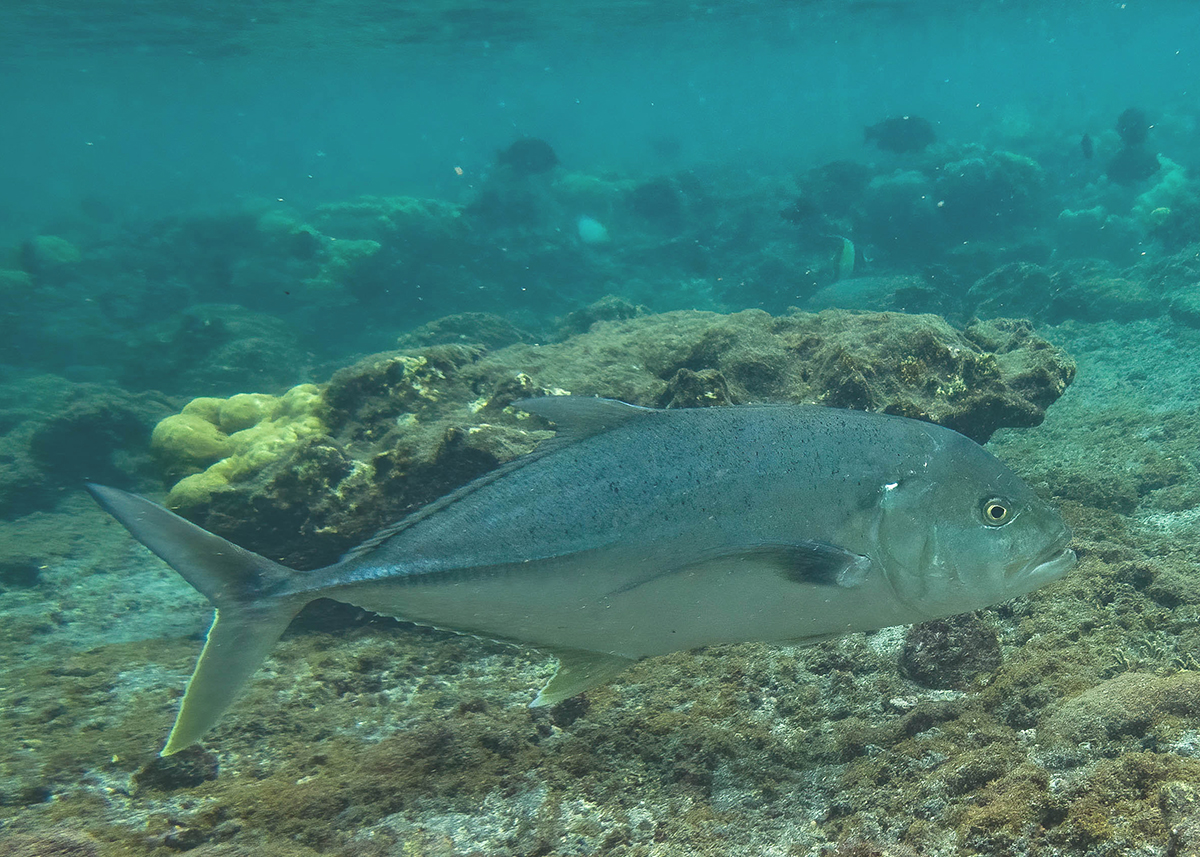
Une carangue mouchetée (Caranx papuensis)
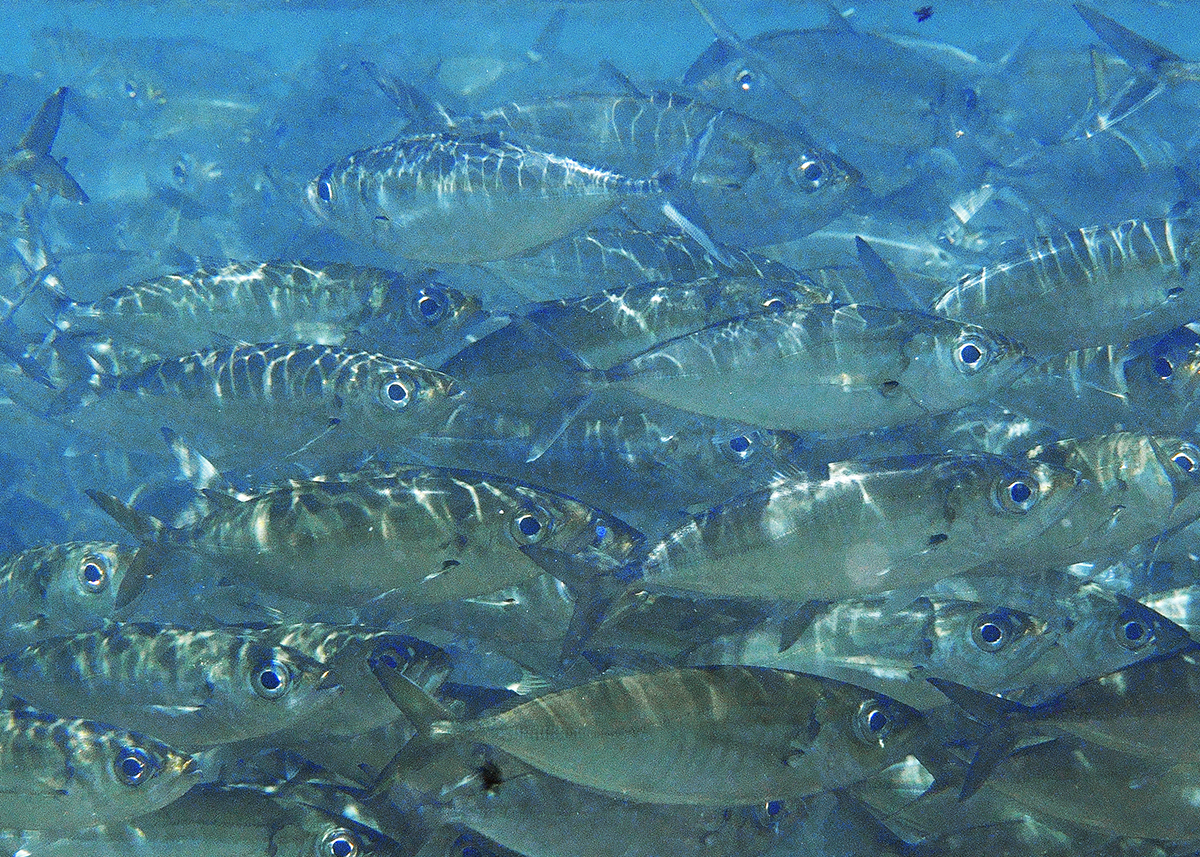
Banc de coulirous ou pêche-cavale (Selar crumenophthalmus)
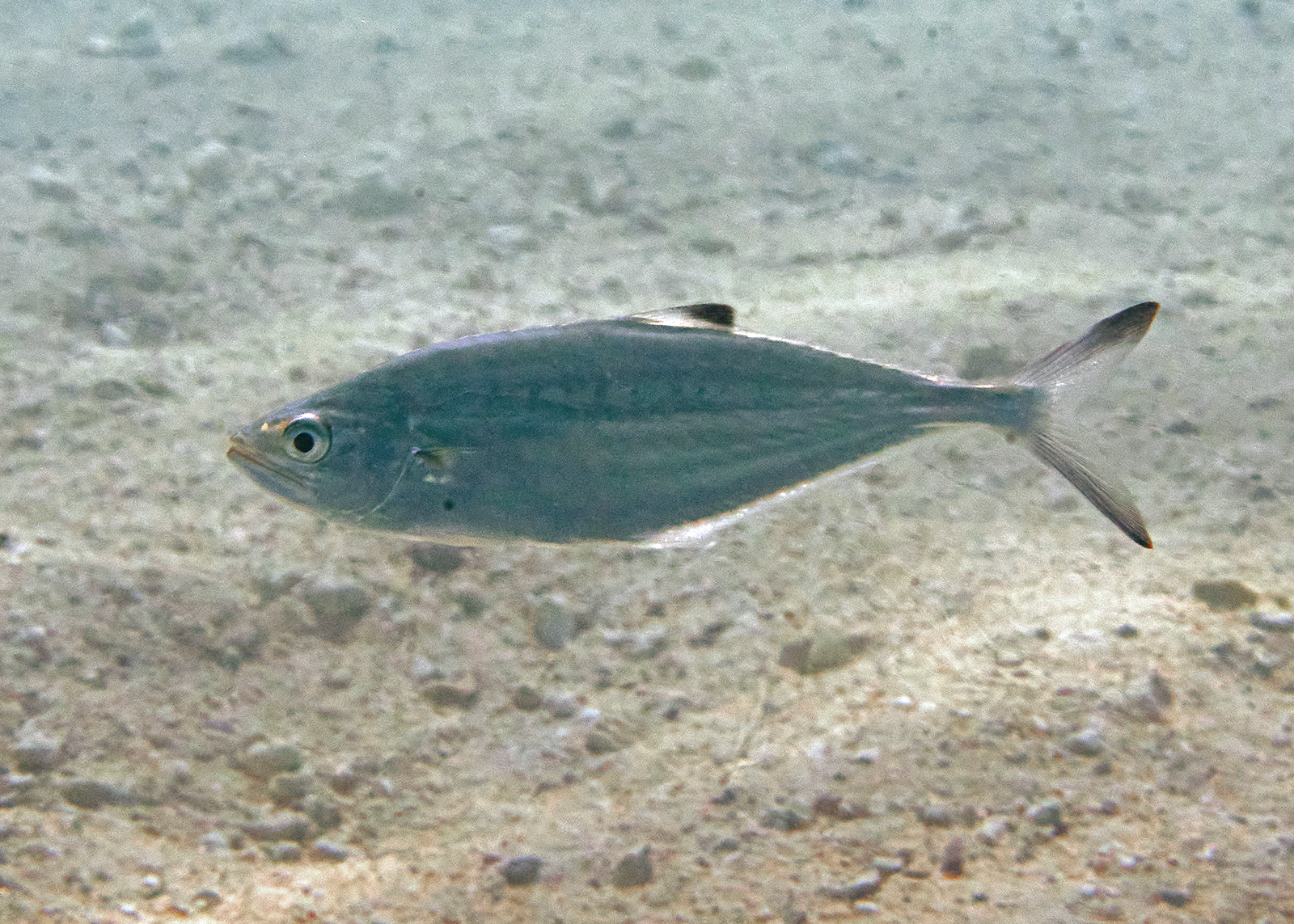
Un sauteur sabre (Scomberoides lysan)
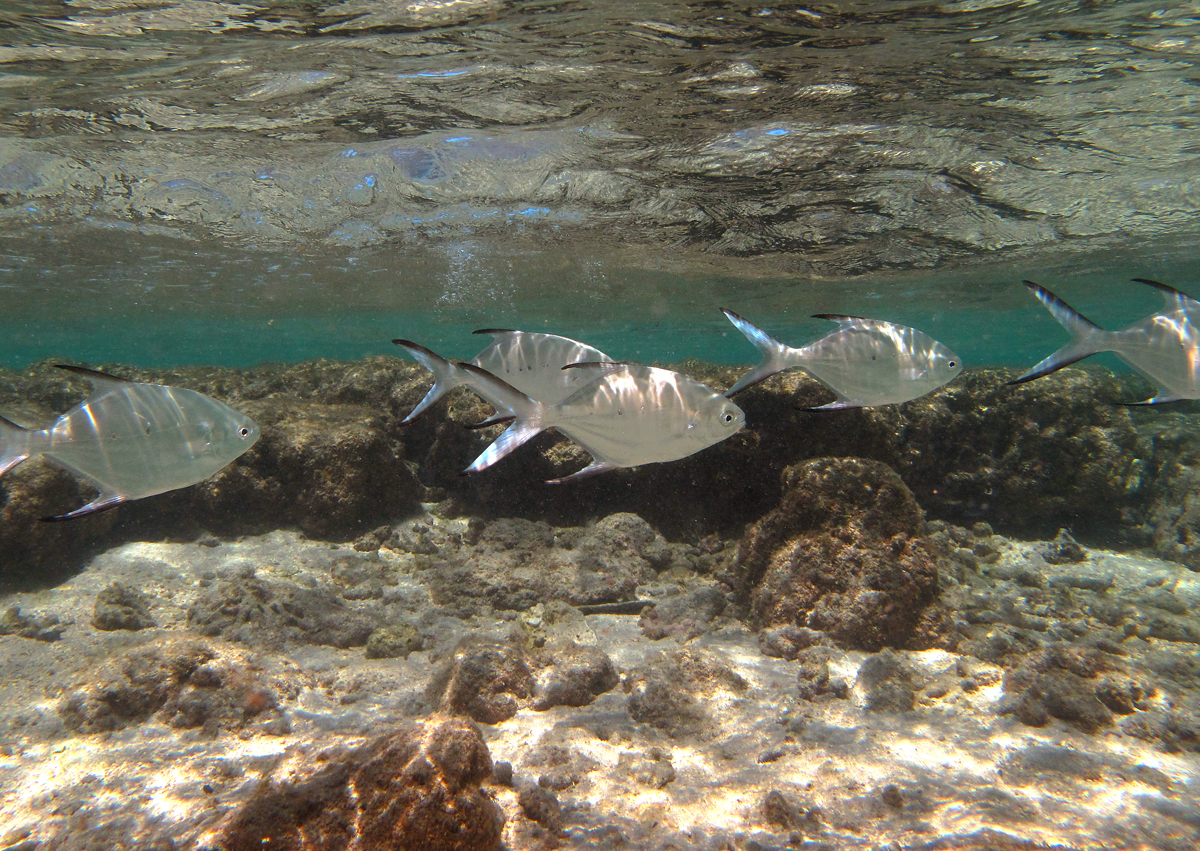
Un groupe de jeunes pompaneaux muscadin (Trachinotus baillonii)
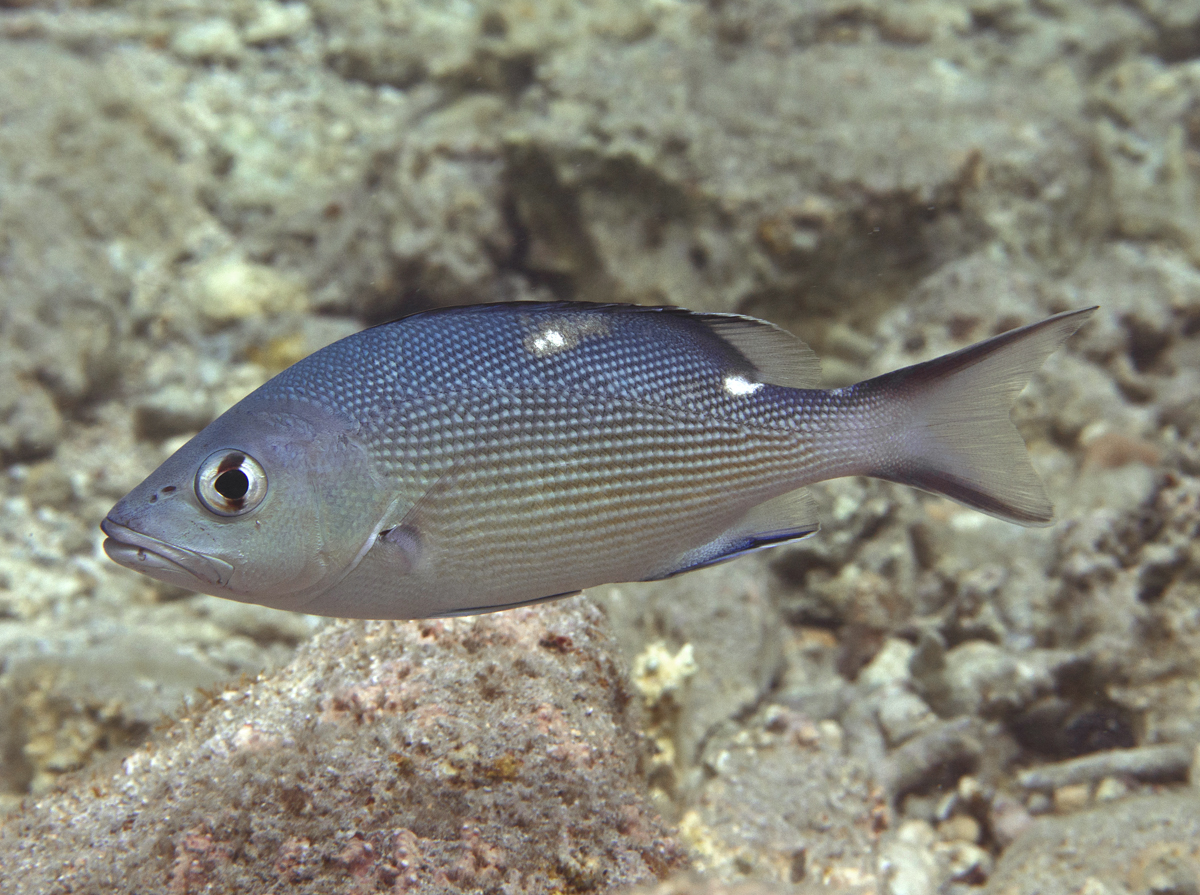
Un vivaneau chien rouge (Lutjanus bohar)
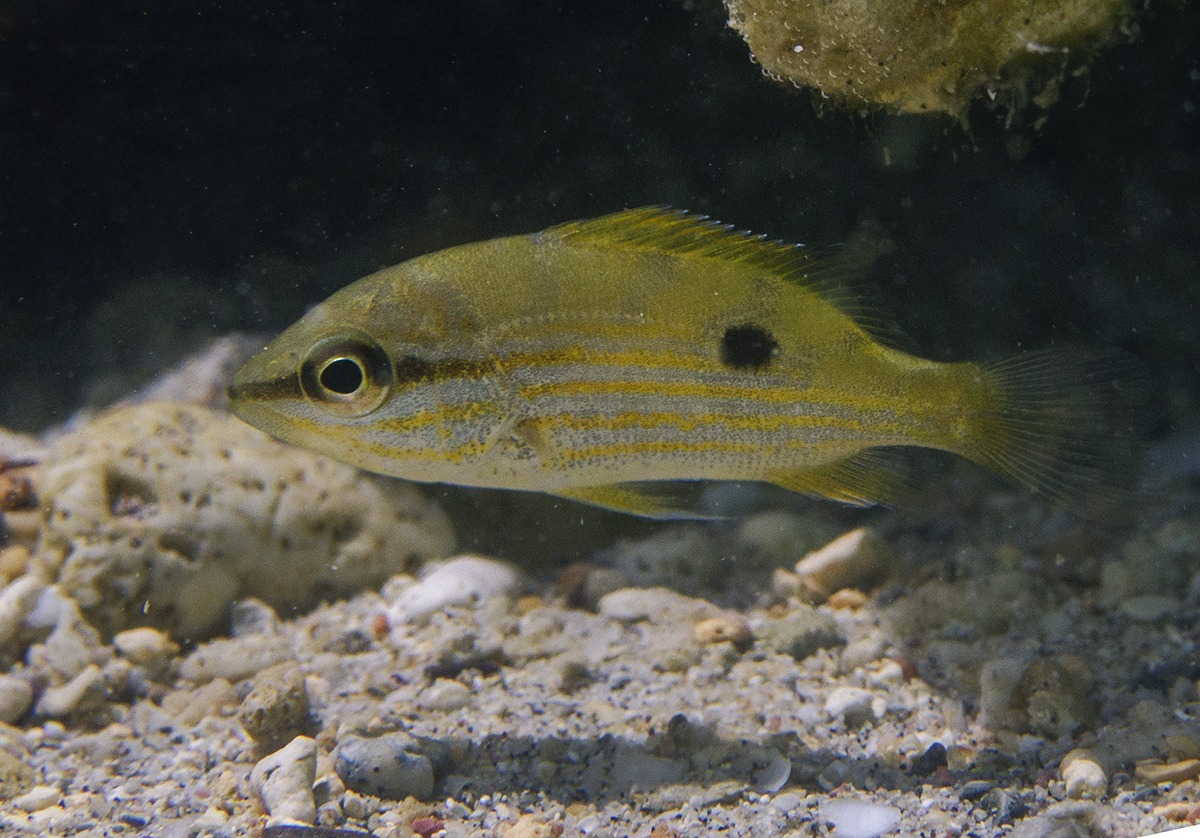
Un Vivaneau-gibelot (Lutjanus fulviflamma) juvénile
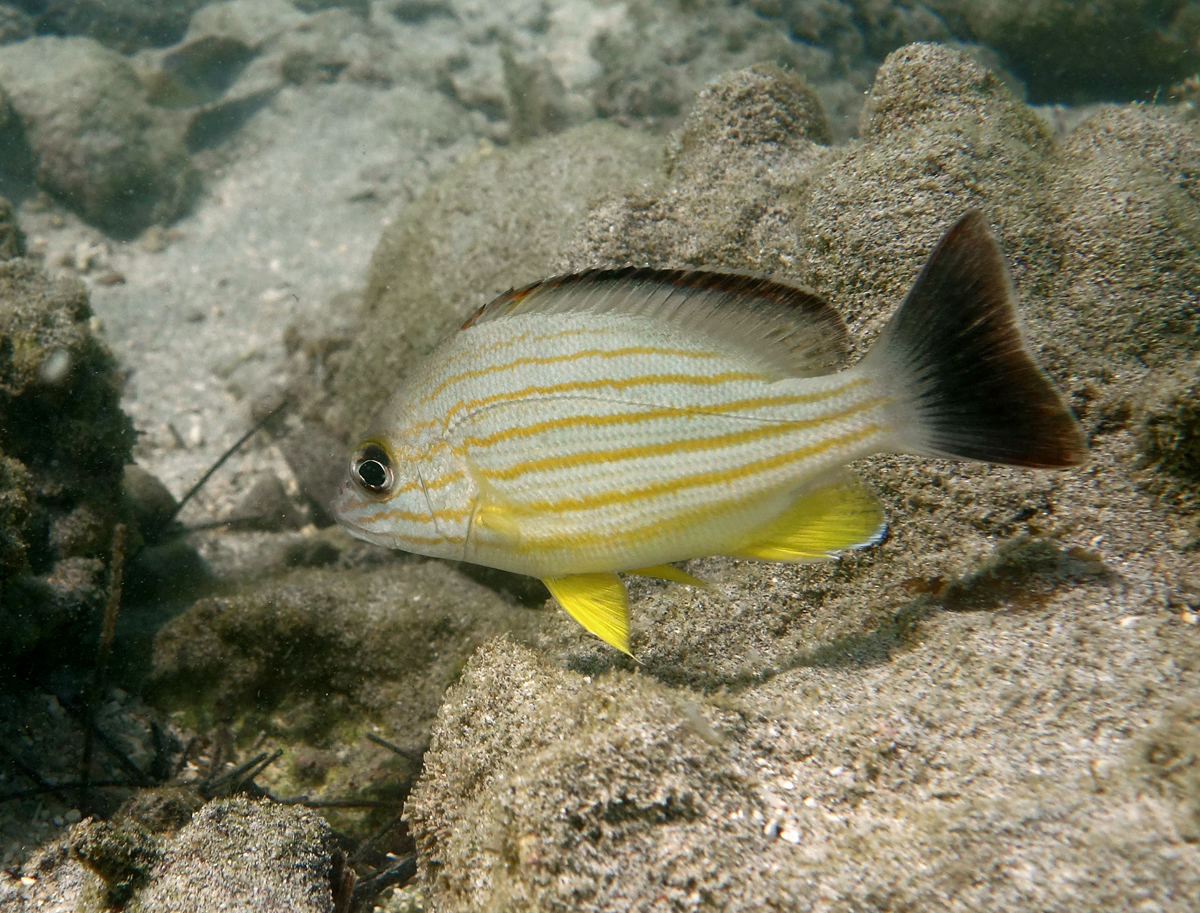
Un vivaneau queue noire (Lutjanus fulvus)
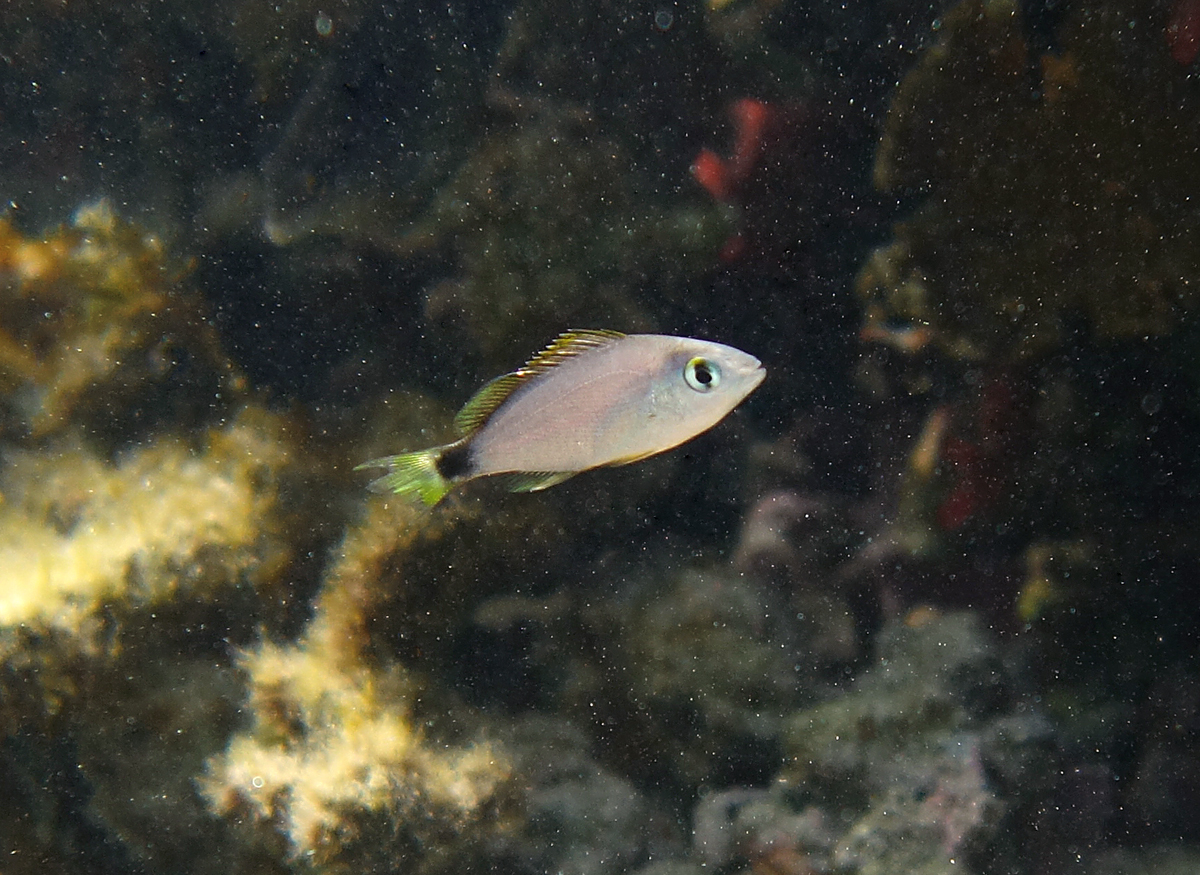
Un vivaneau bossu (Lutjanus gibbus) juvénile
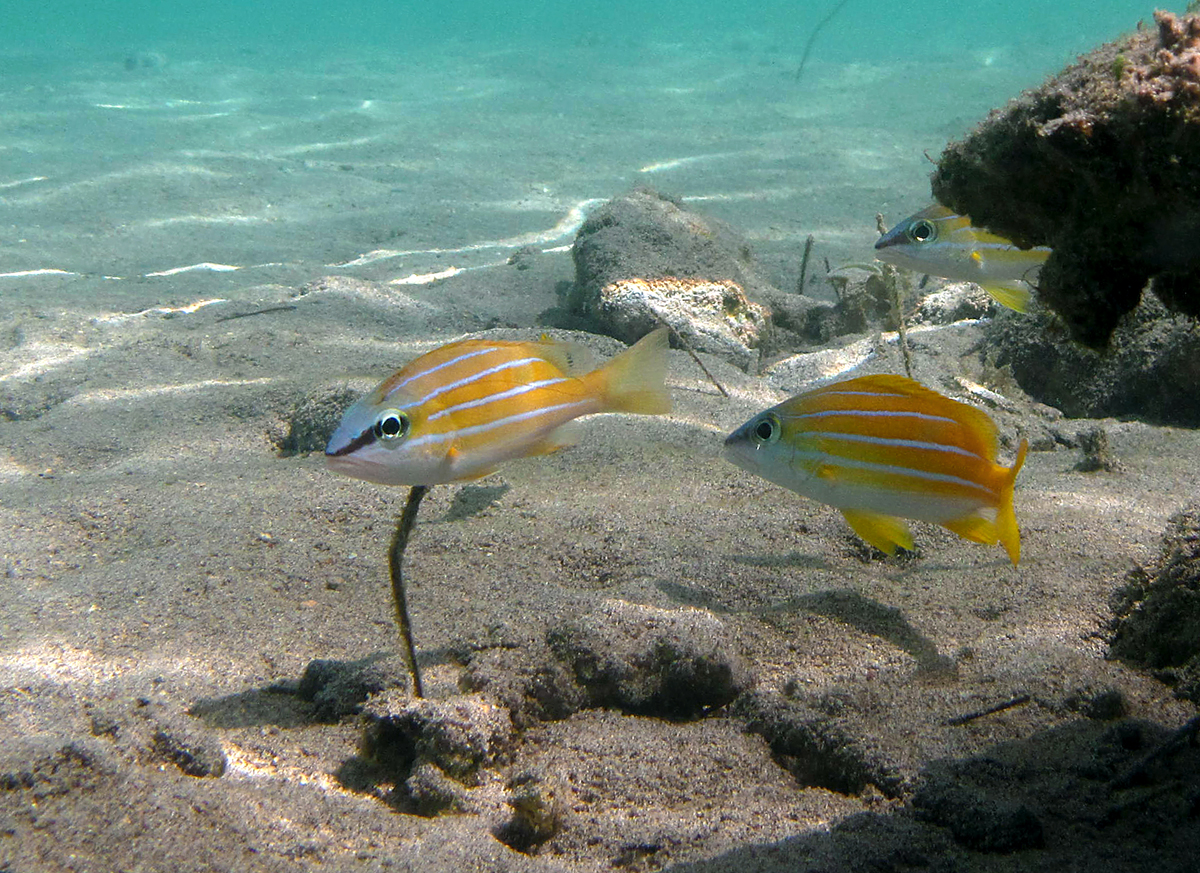
Un groupe de vivaneaux à lignes bleues (Lutjanus kasmira)
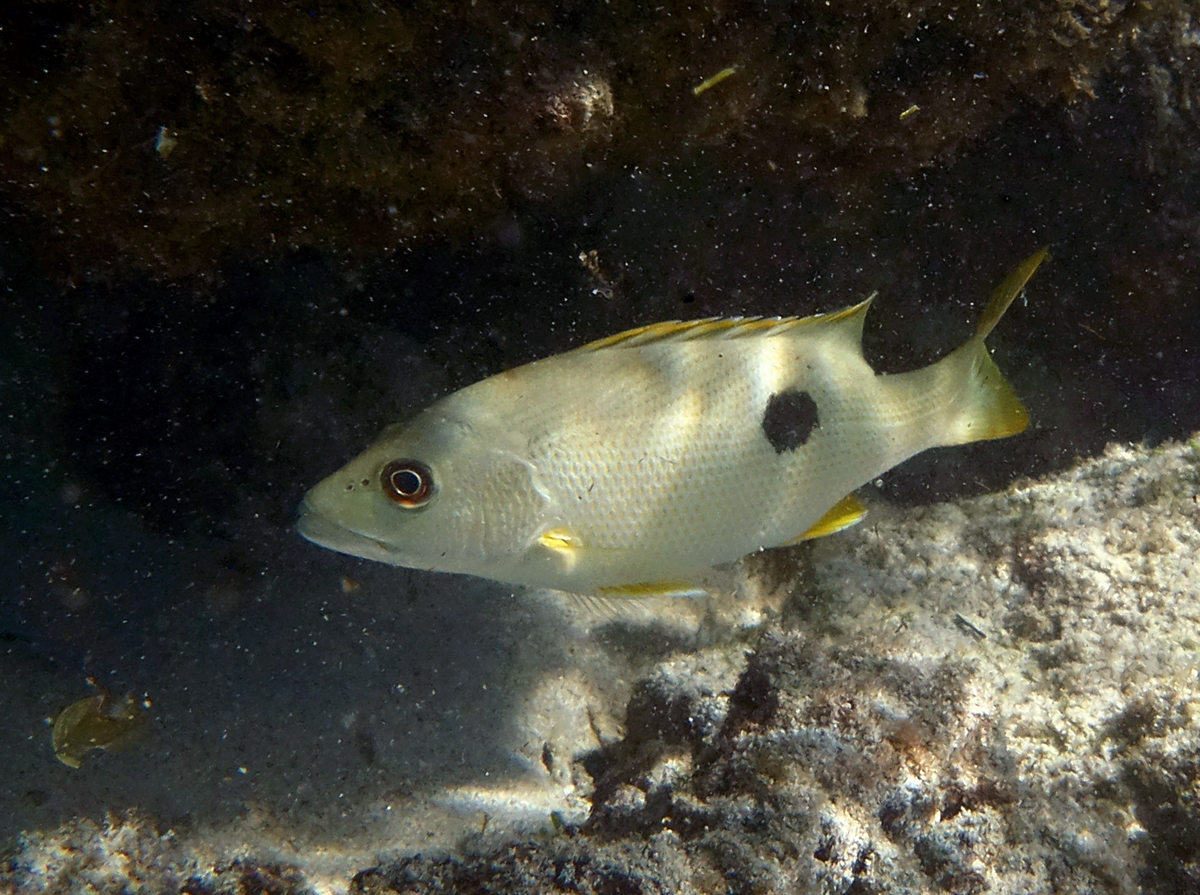
Un vivaneau à tache noire (Lutjanus monostigma)
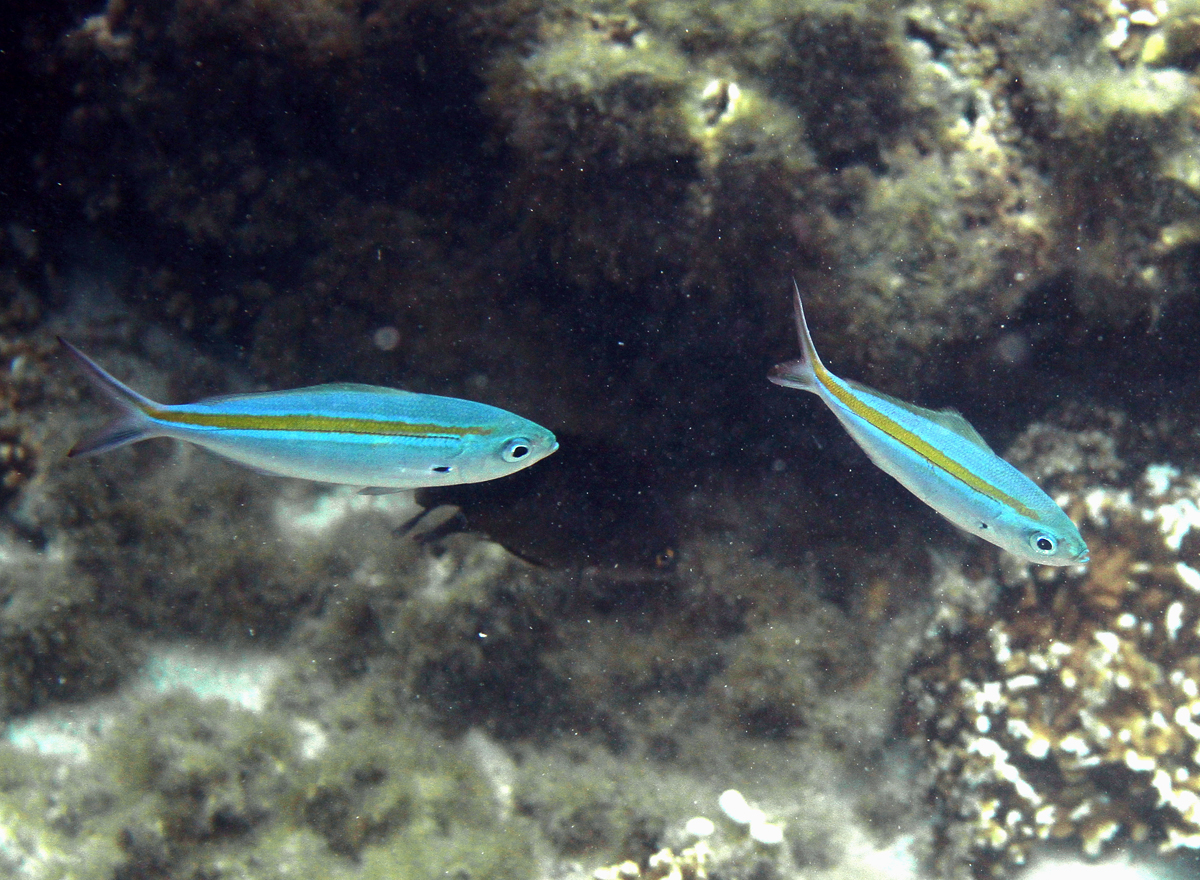
Deux fusiliers ou caesios azur (Caesio caerulaurea)
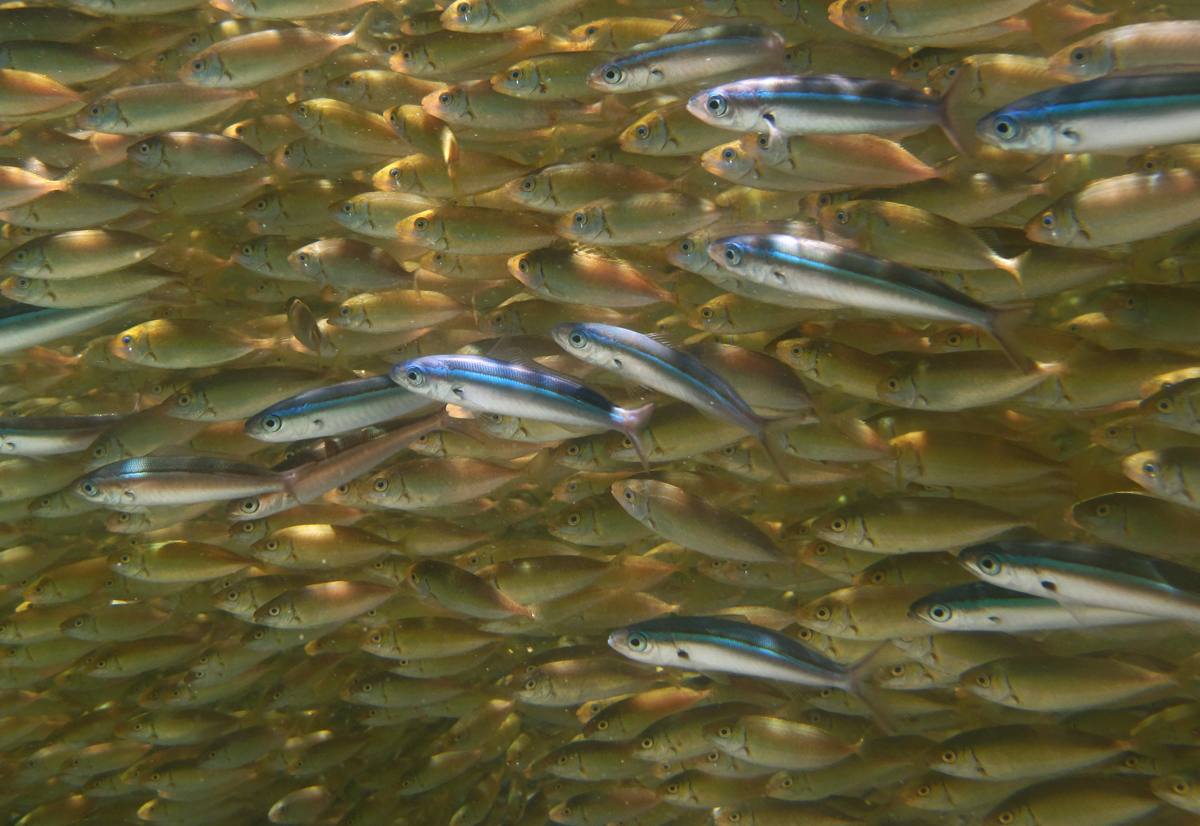
Fusiliers néon (Pterocaesio tile) juvéniles en recrutement
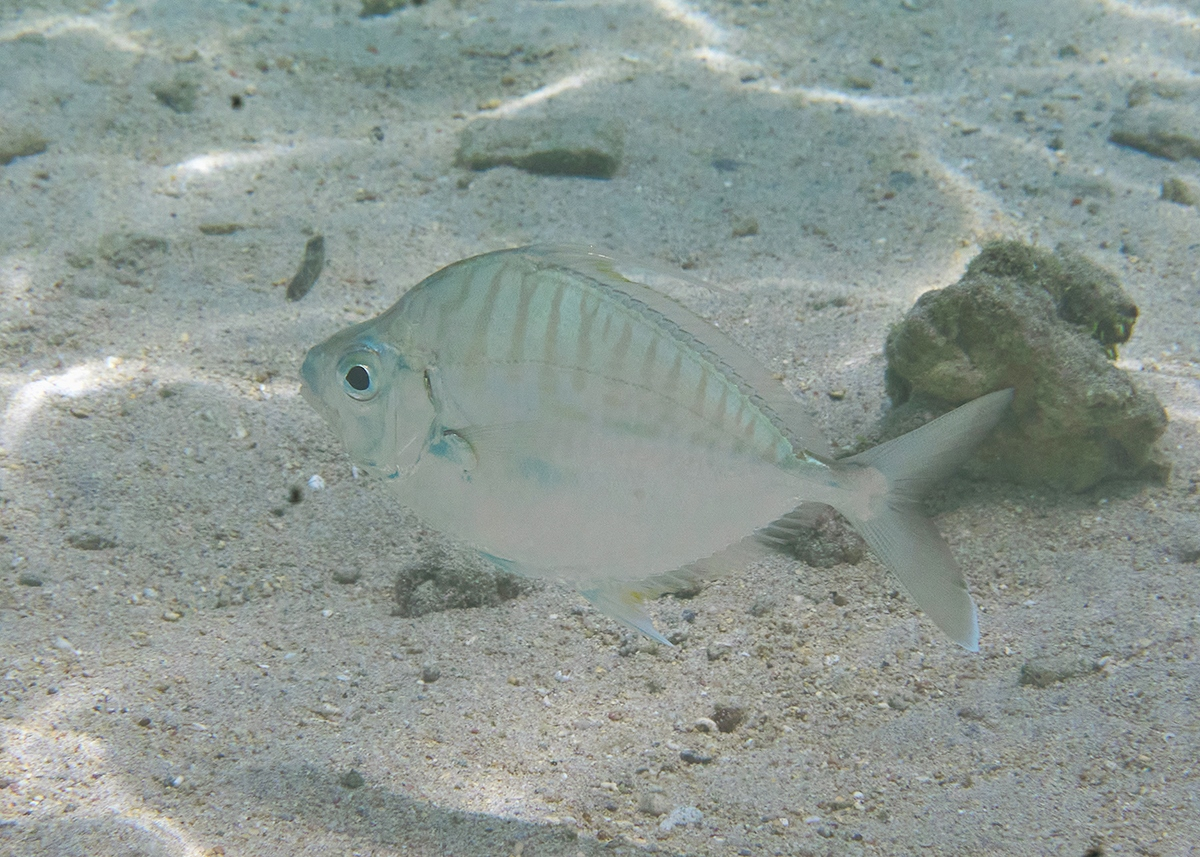
Un sap-sap rayé (Aurigequula fasciata)
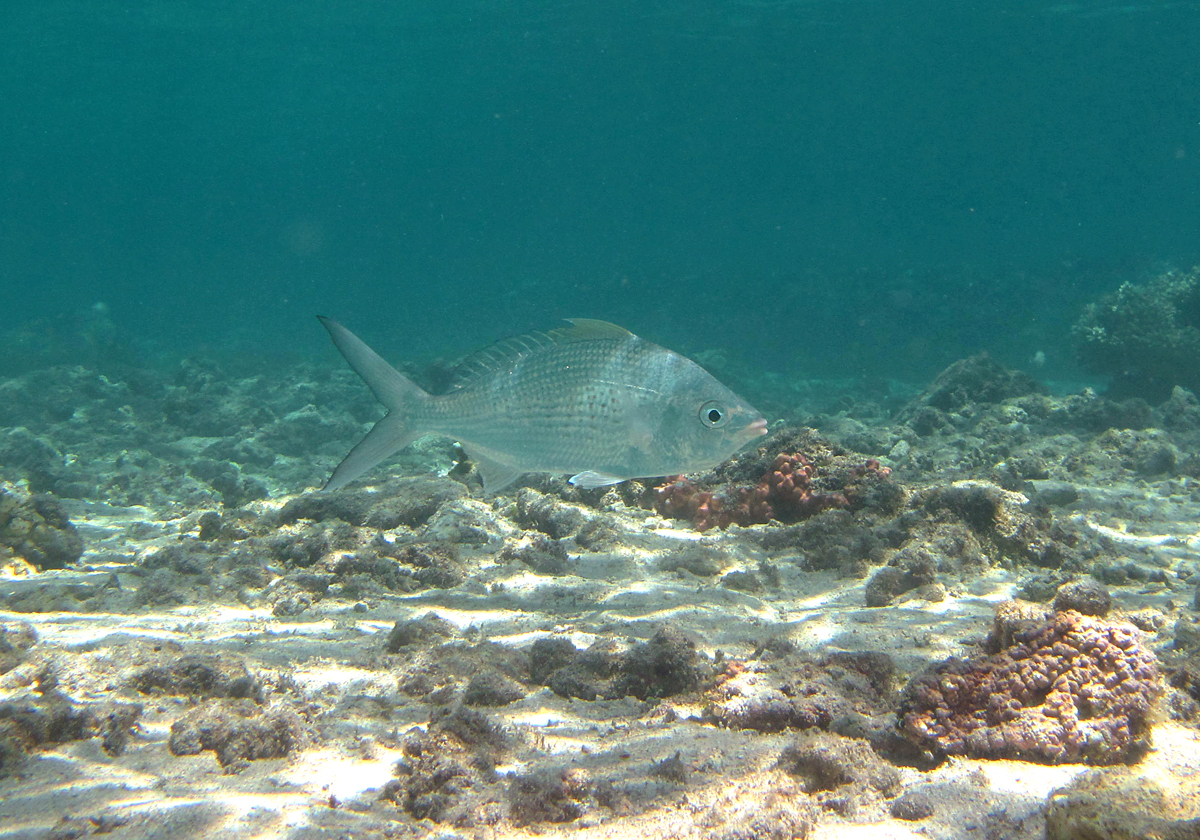
Une gerre (Gerres longirostris)
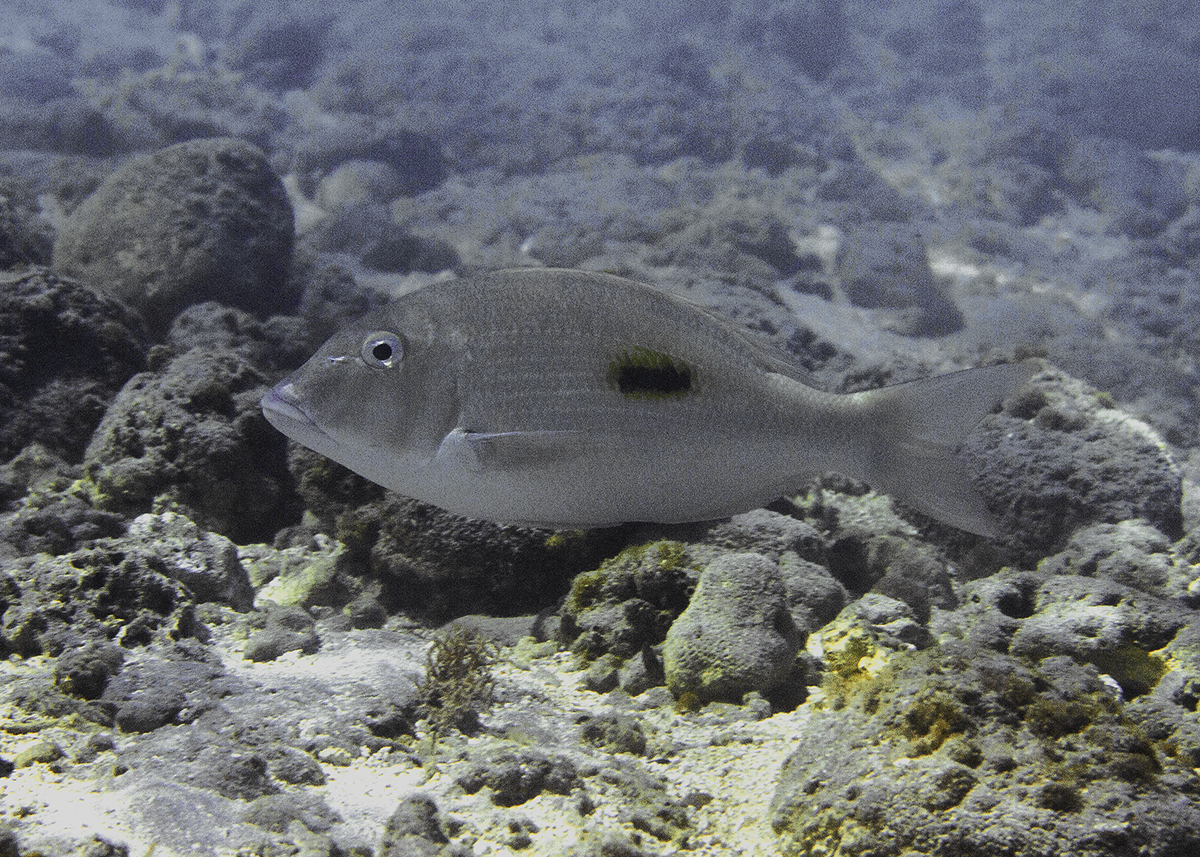
Un empereur Saint-Pierre (Lethrinus harak)
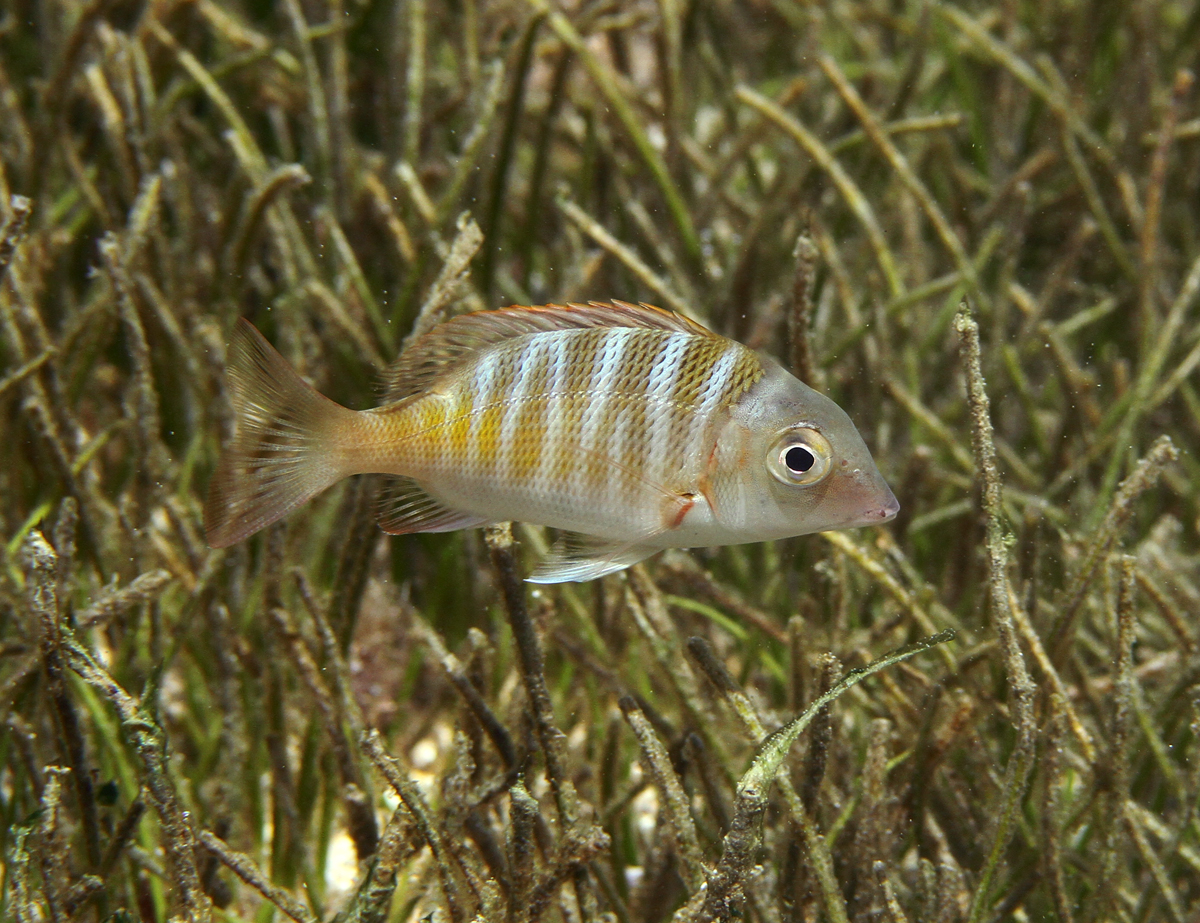
Un bec de cane mahsena (Lethrinus mahsena)
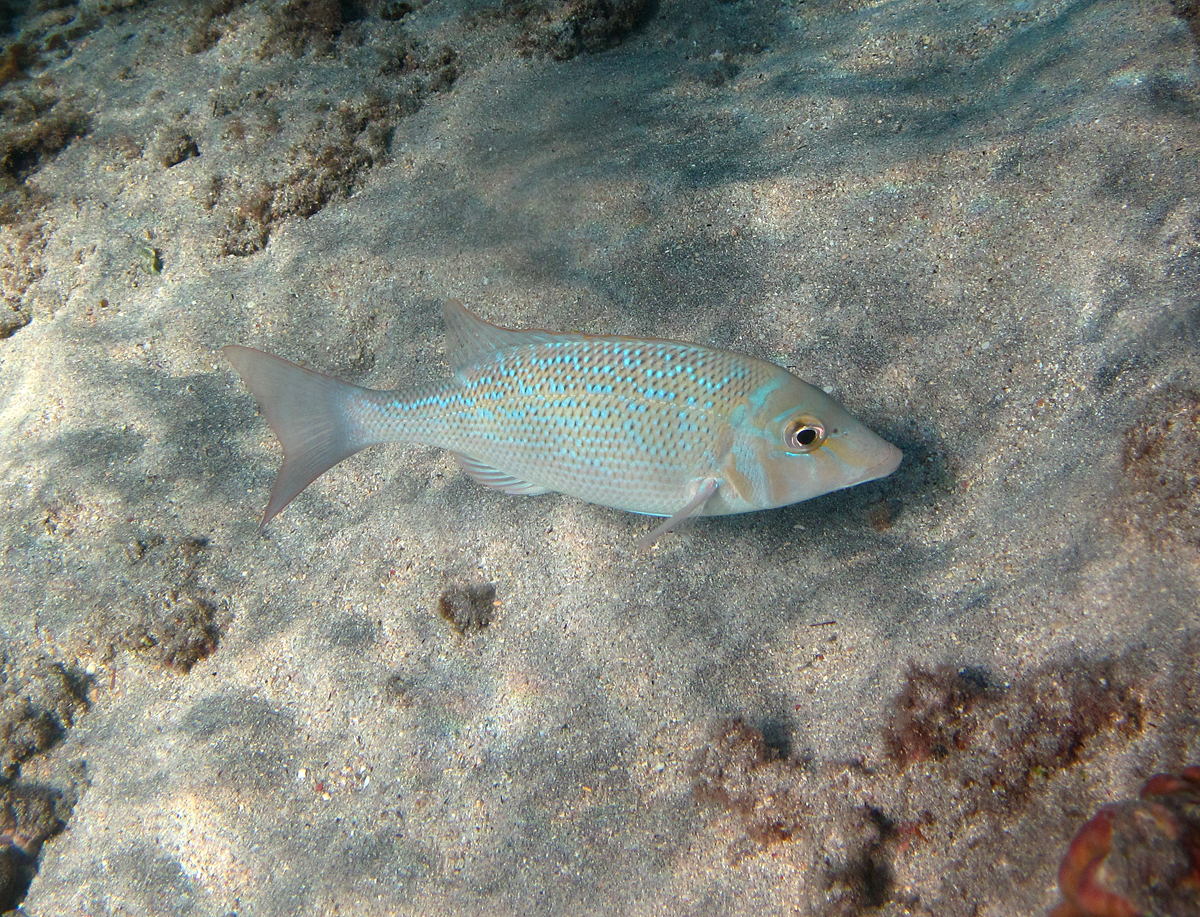
Un bec de cane bleuté (Lethrinus nebulosus)
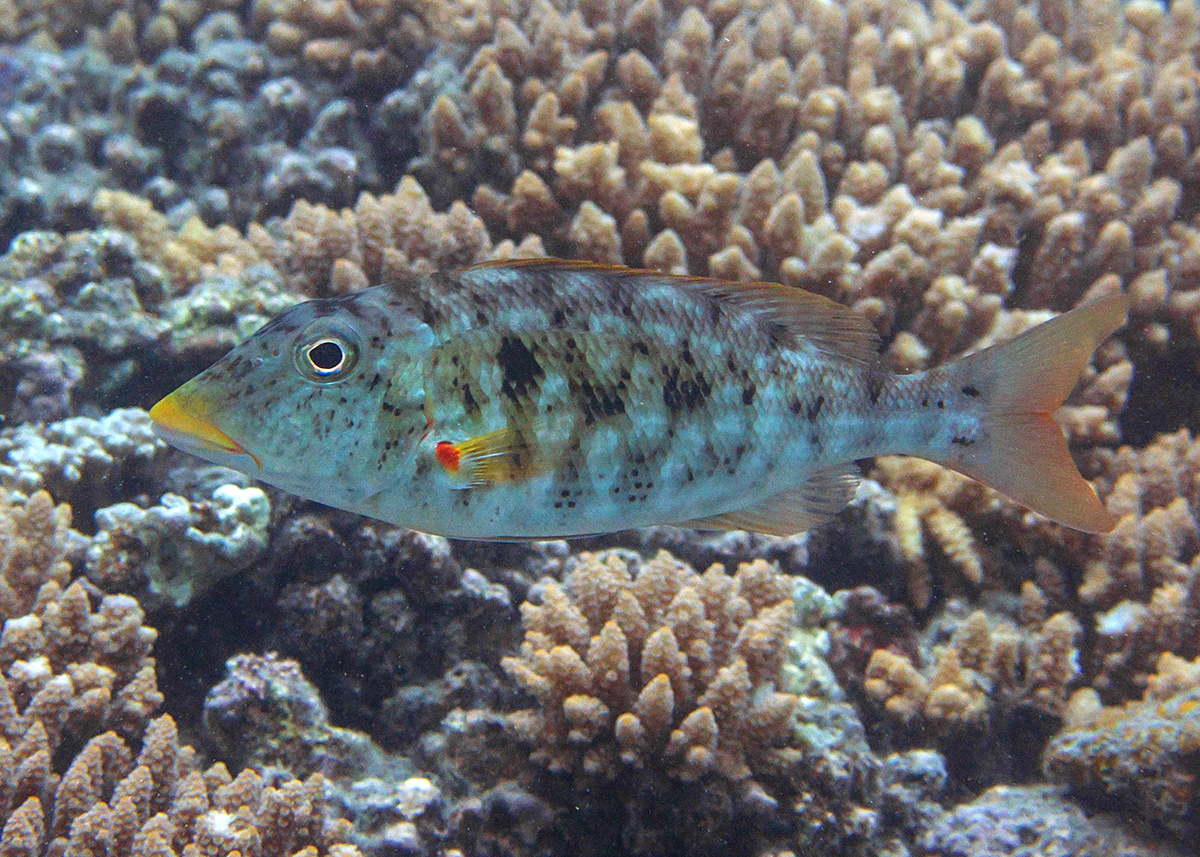
Un bec de cane à lèvre jaune (Lethrinus xanthochilus)
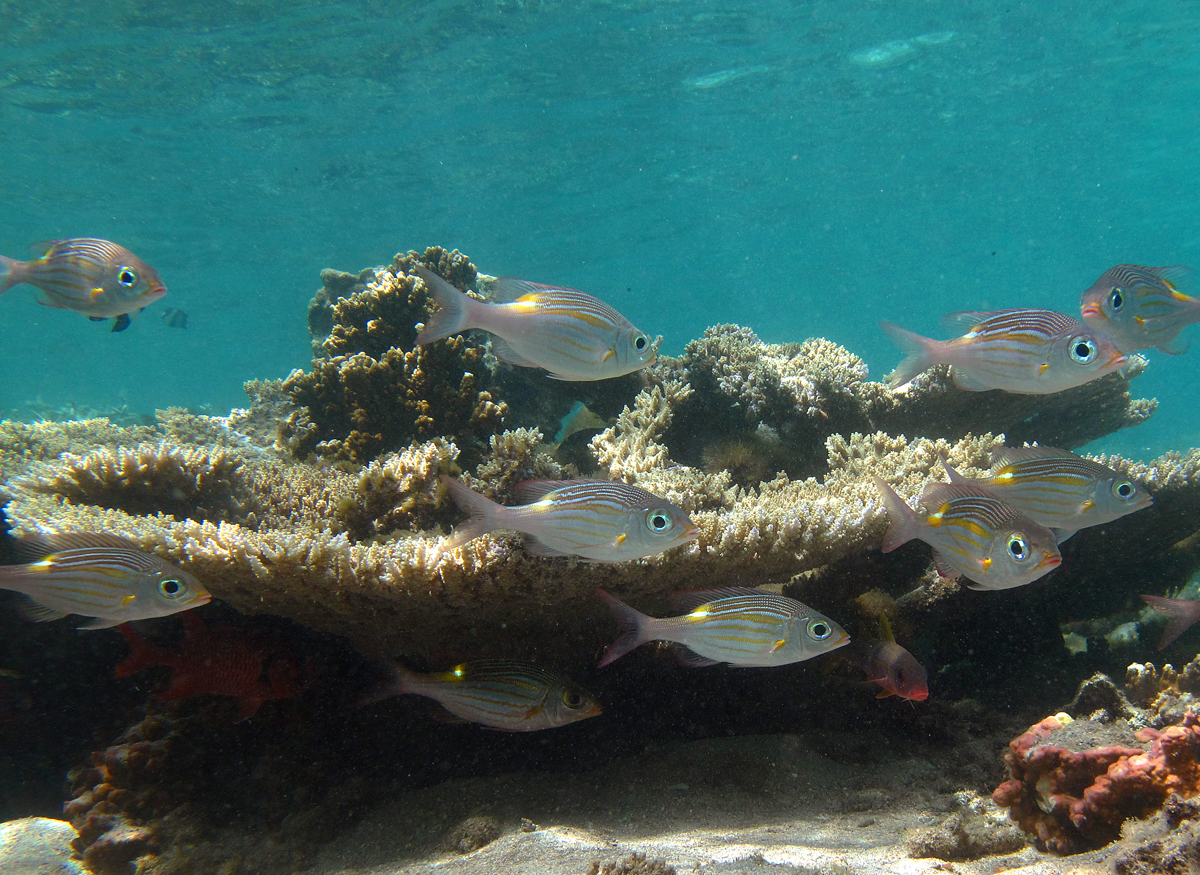
Un banc d'empereurs striés (Gnathodentex aureolineatus)
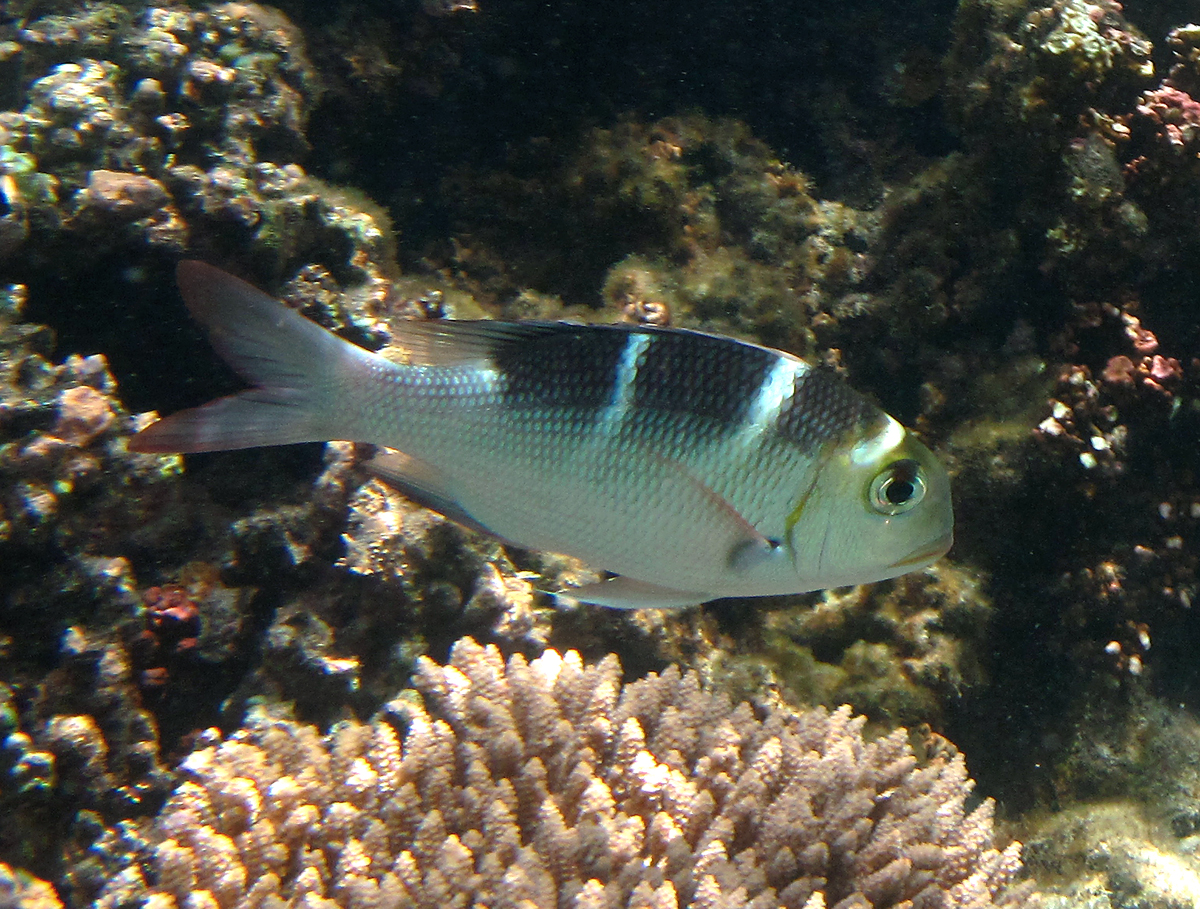
Un empereur bossu (Monotaxis grandoculis)
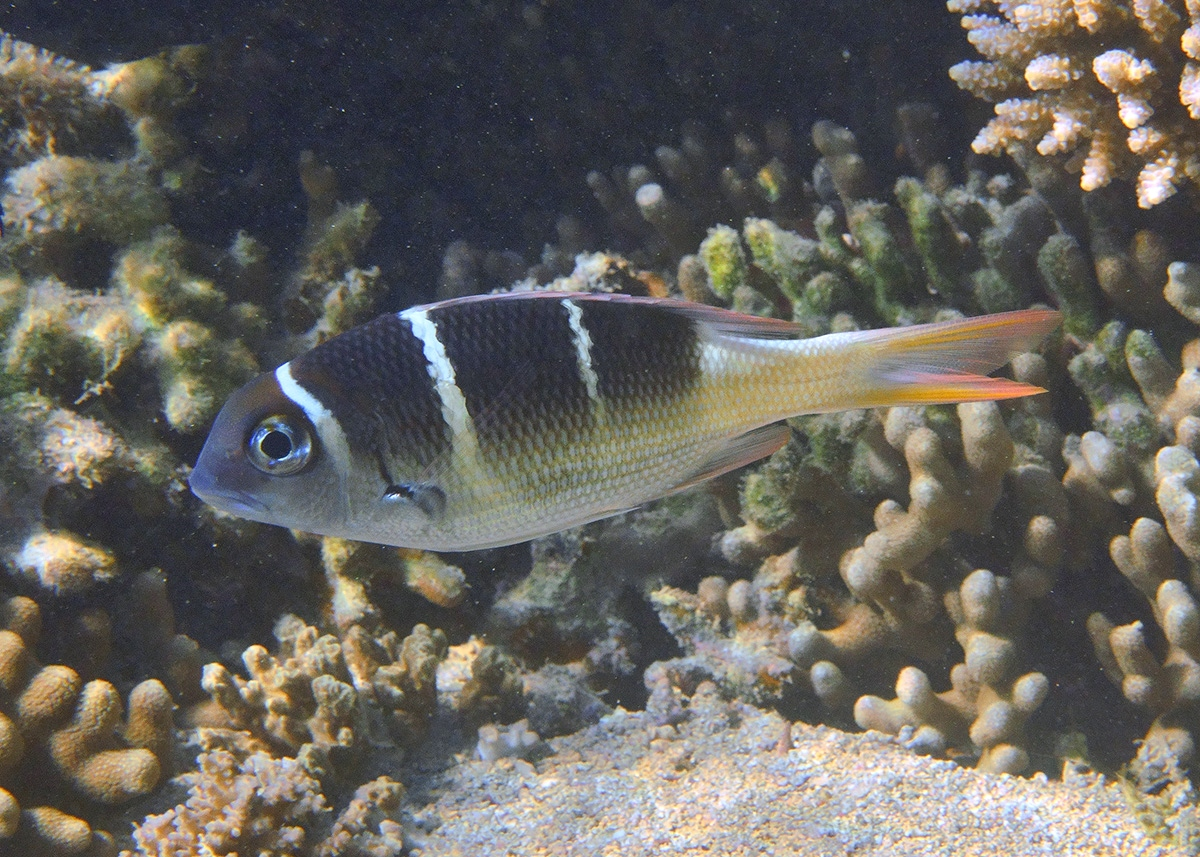
Un empereur à quatre raies blanches (Monotaxis heterodon)
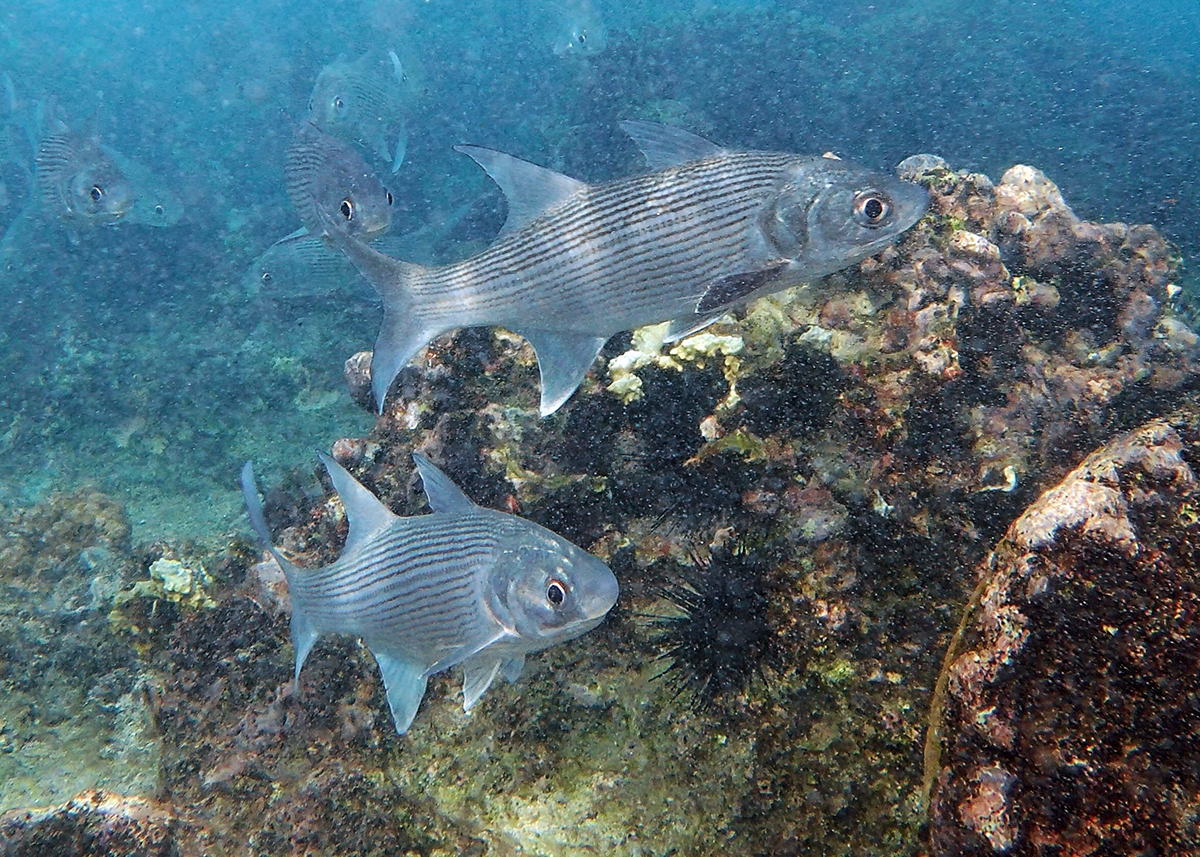
Groupe de barbures rayées (Polydactylus plebeius)
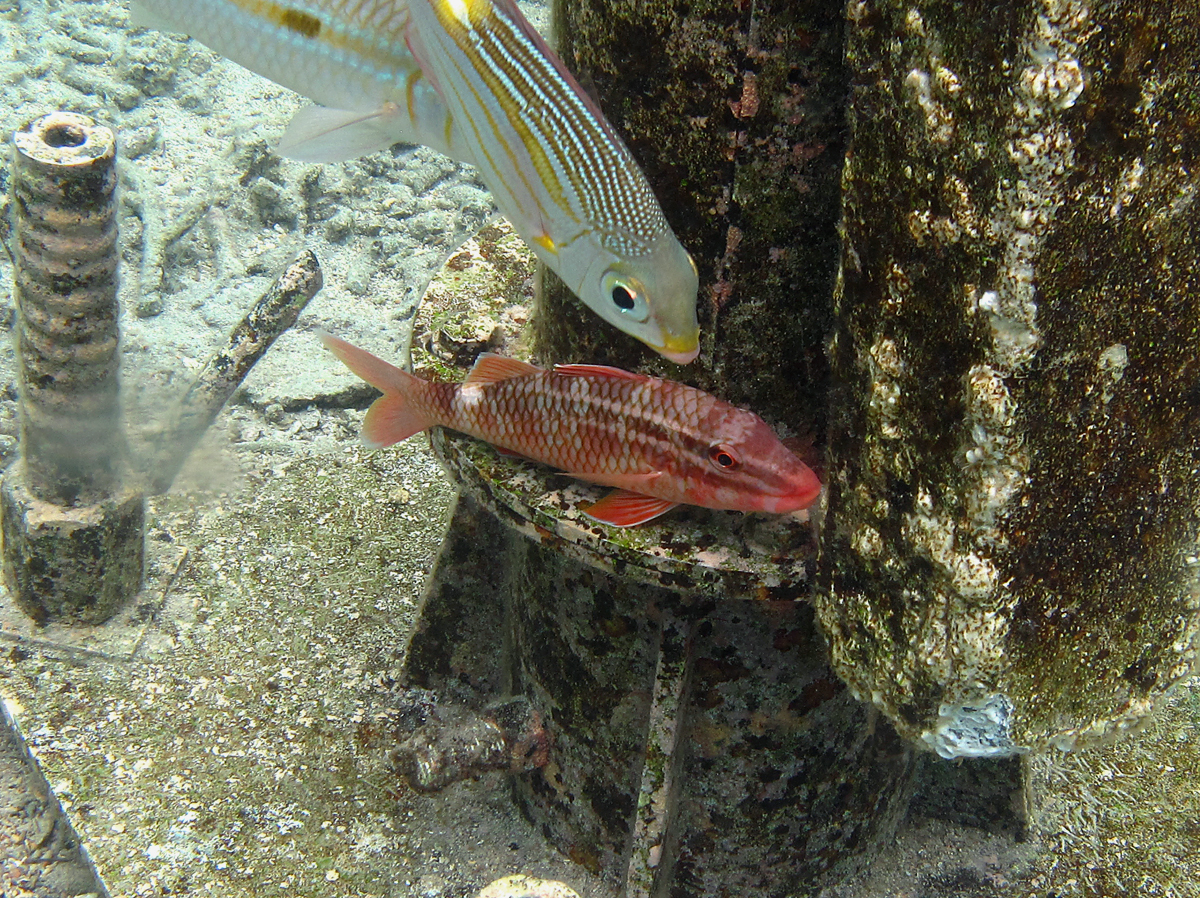
Un capucin à lignes blanches (Parupeneus ciliatus)
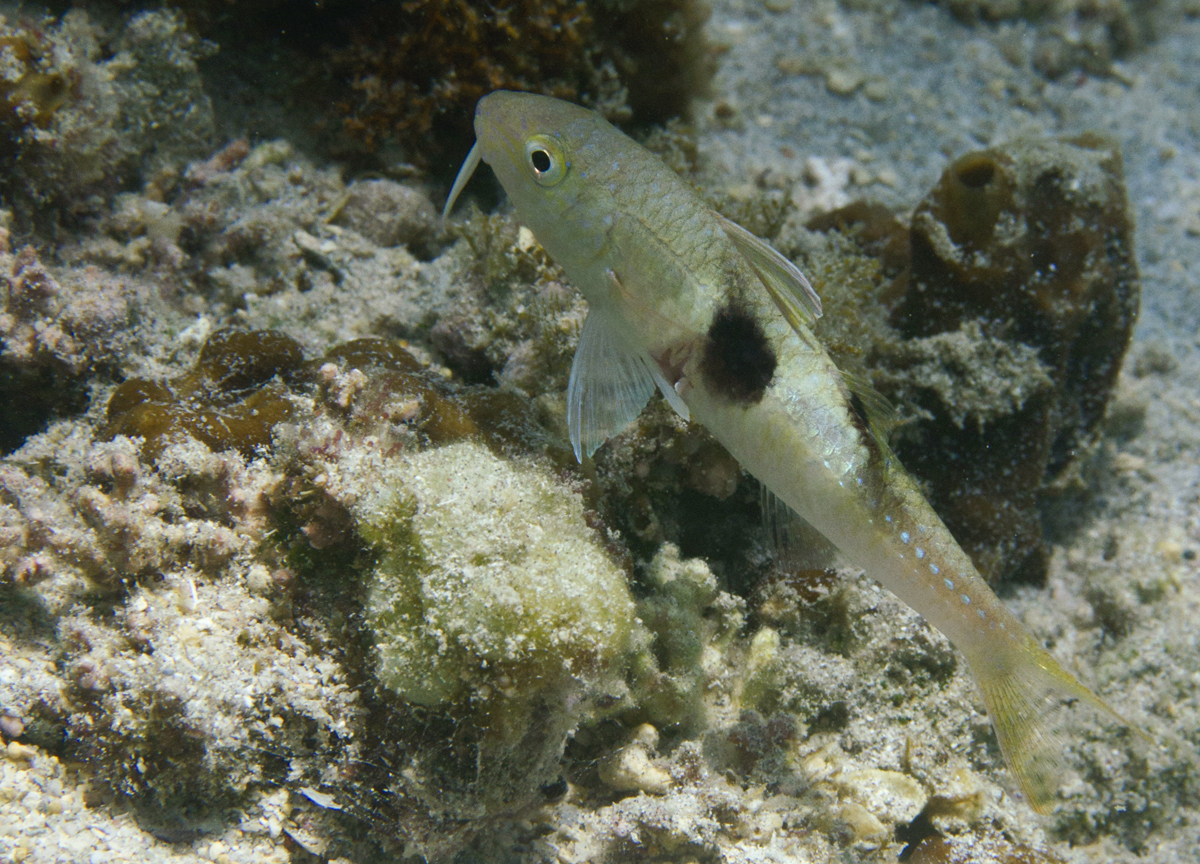
Parupeneus pleurostigma
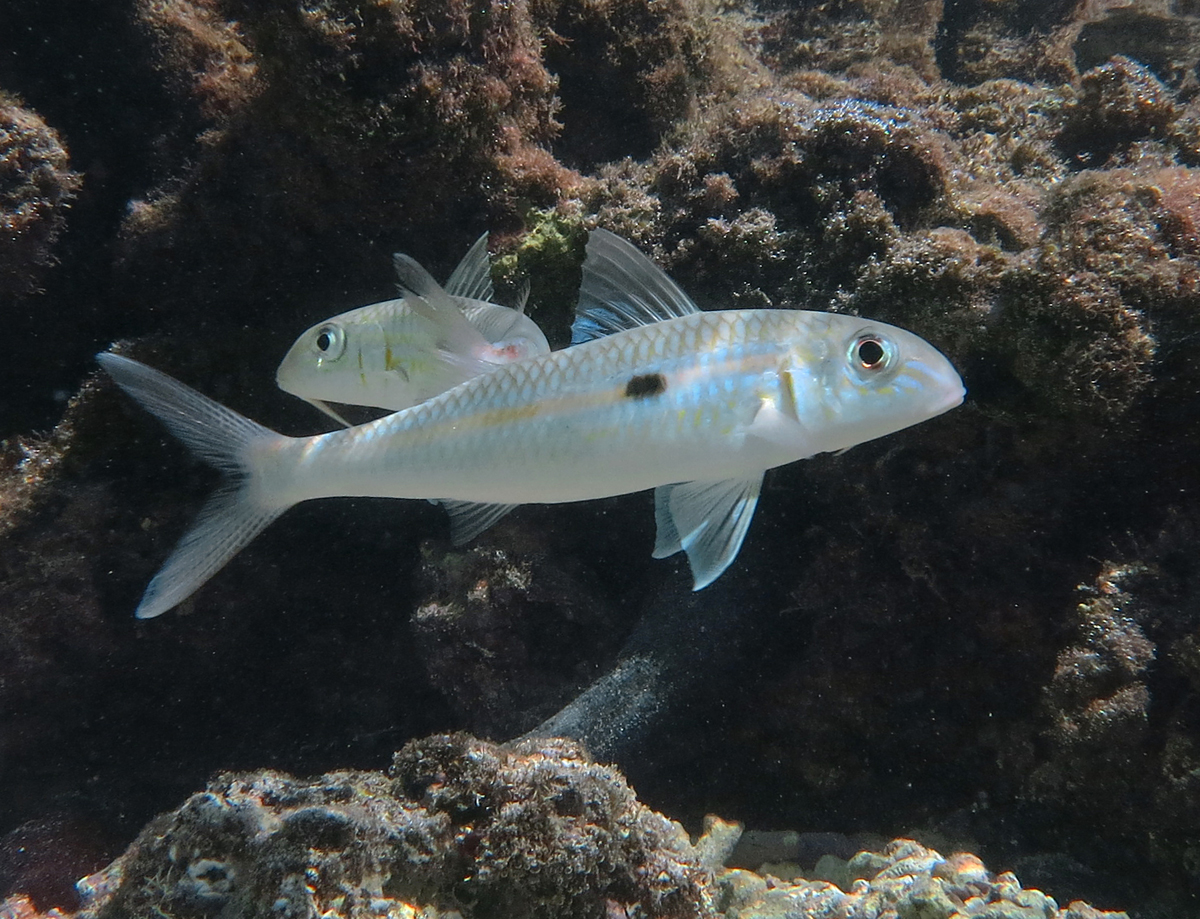
Un surmulet à ligne jaune (Mulloidichthys flavolineatus)
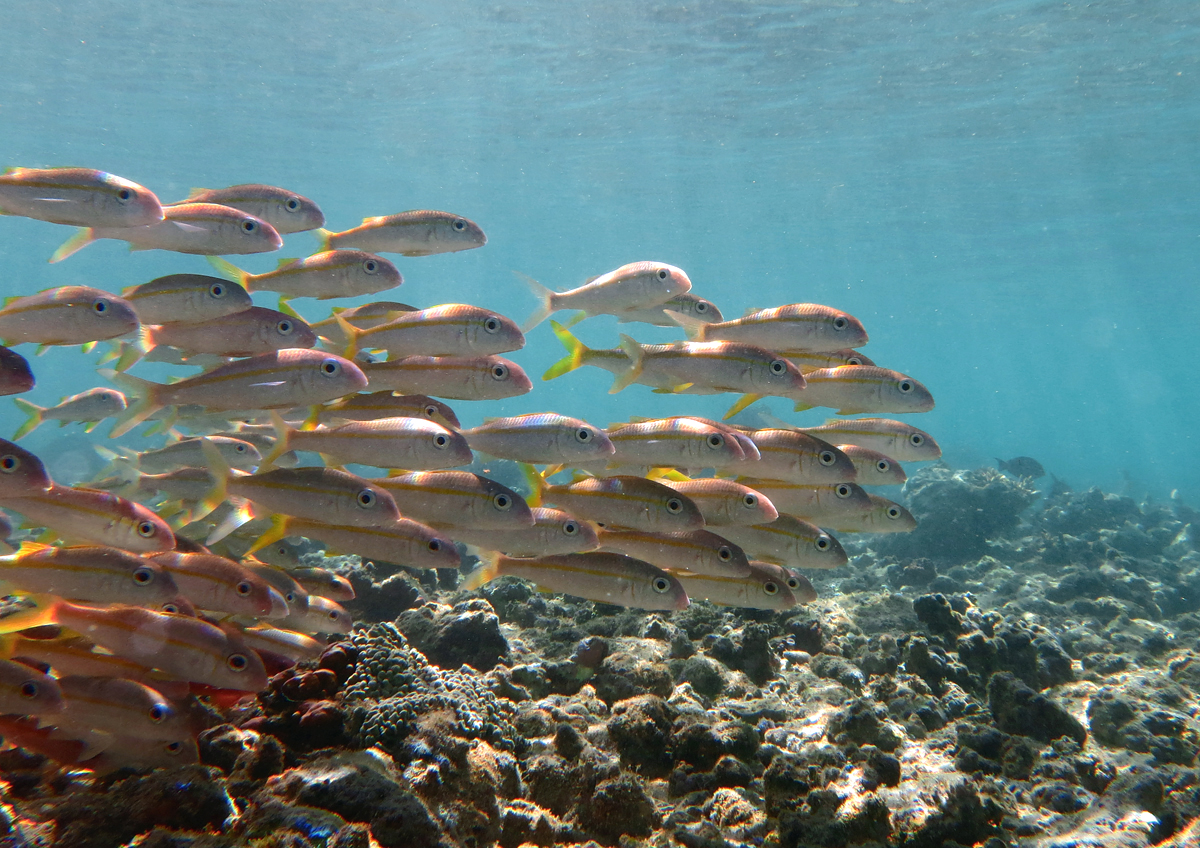
Un banc de surmulets à nageoires jaunes (Mulloidichthys vanicolensis)
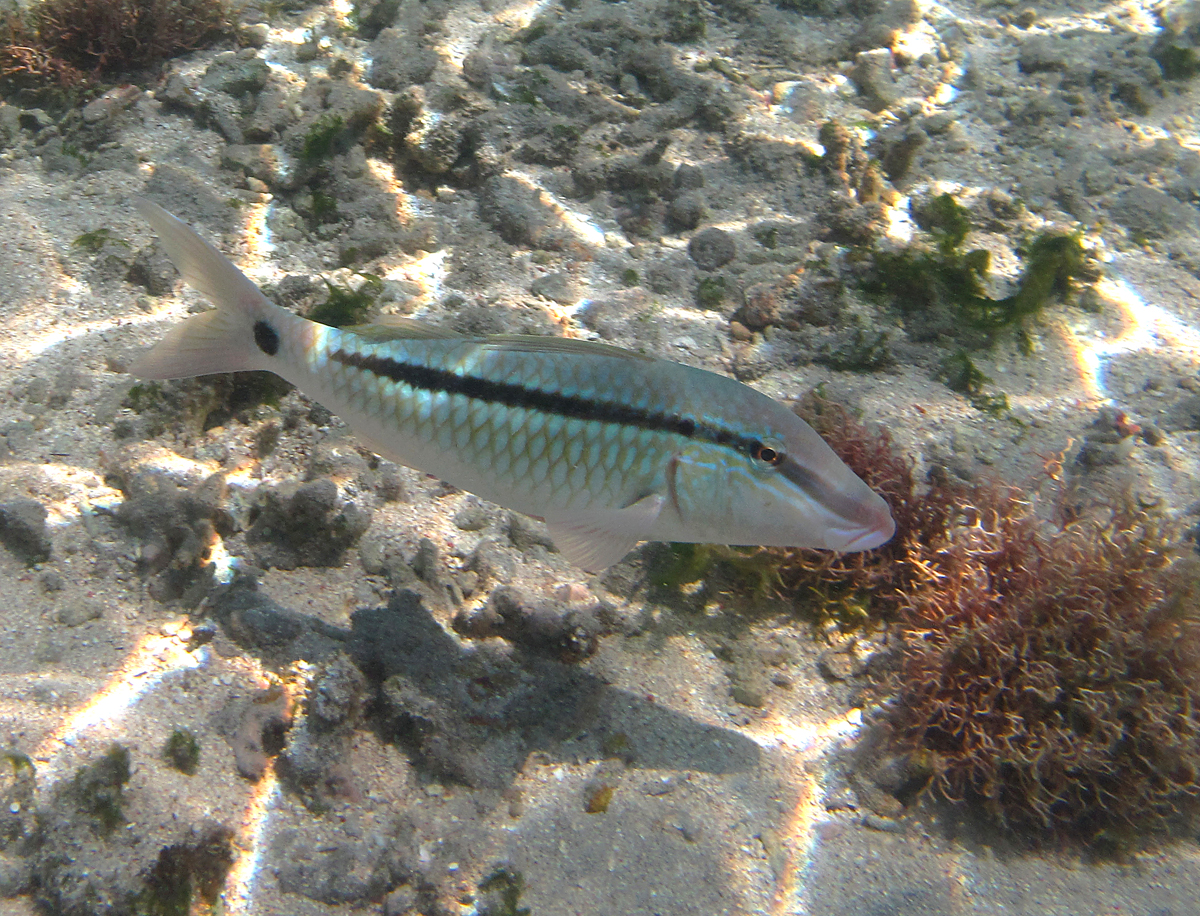
Un barbet rayé (Parupeneus barberinus)
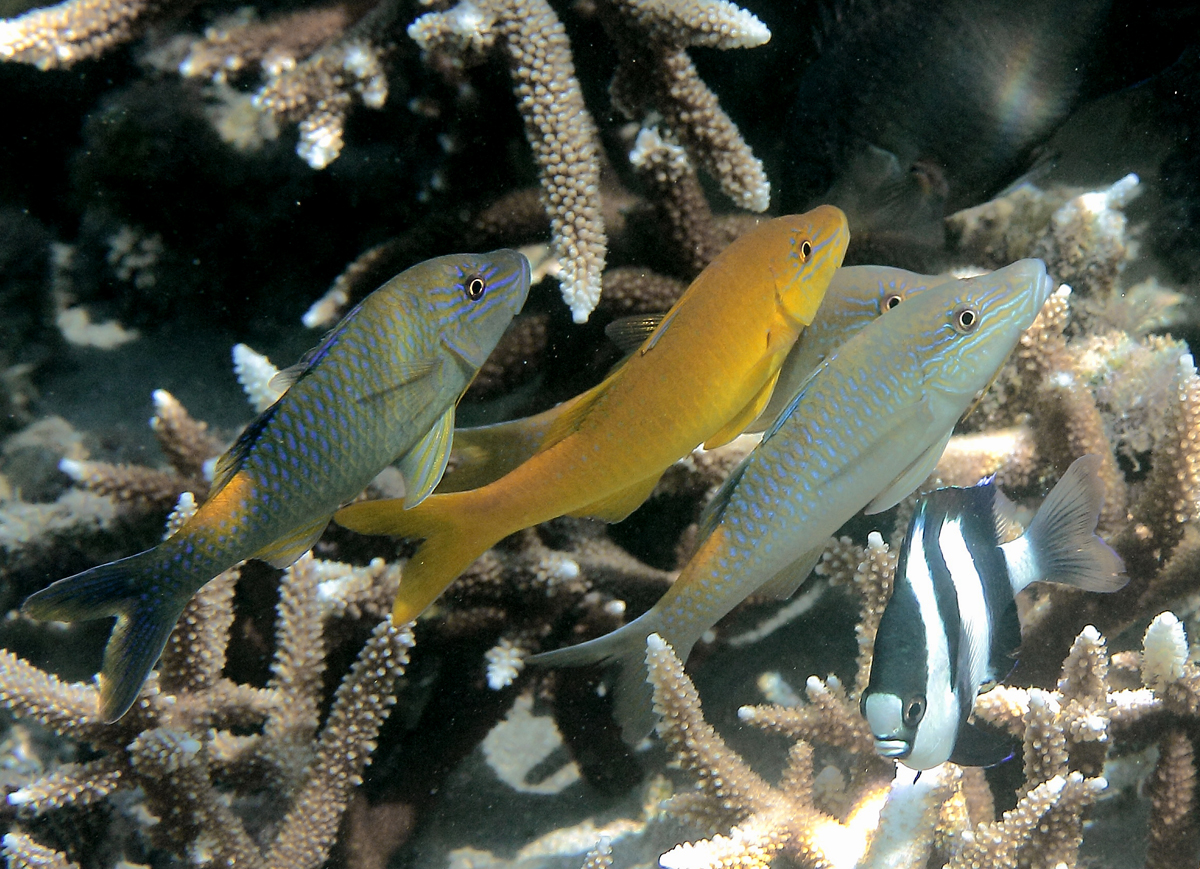
Des rougets-barbets dorés (Parupeneus cyclostomus) dans deux livrées différentes.
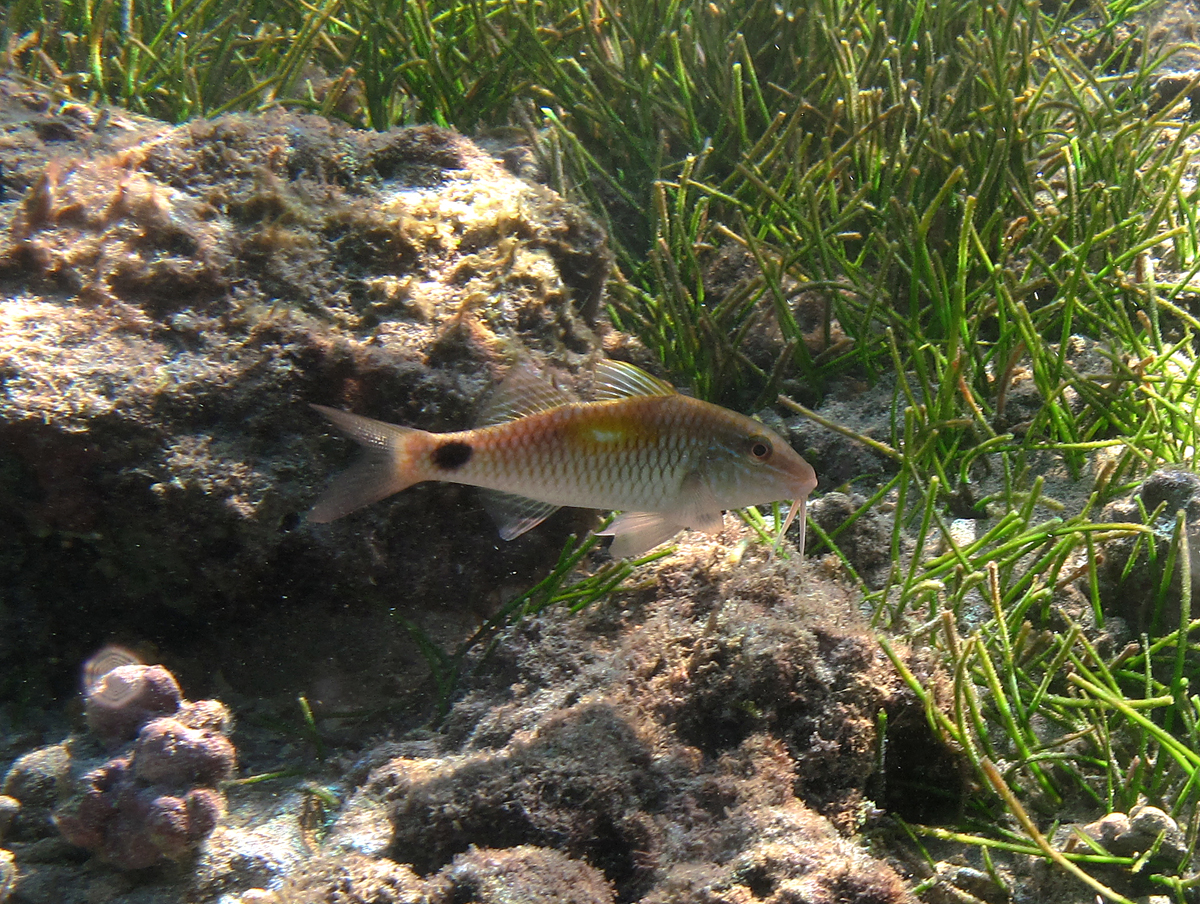
Un jeune Parupeneus indicus
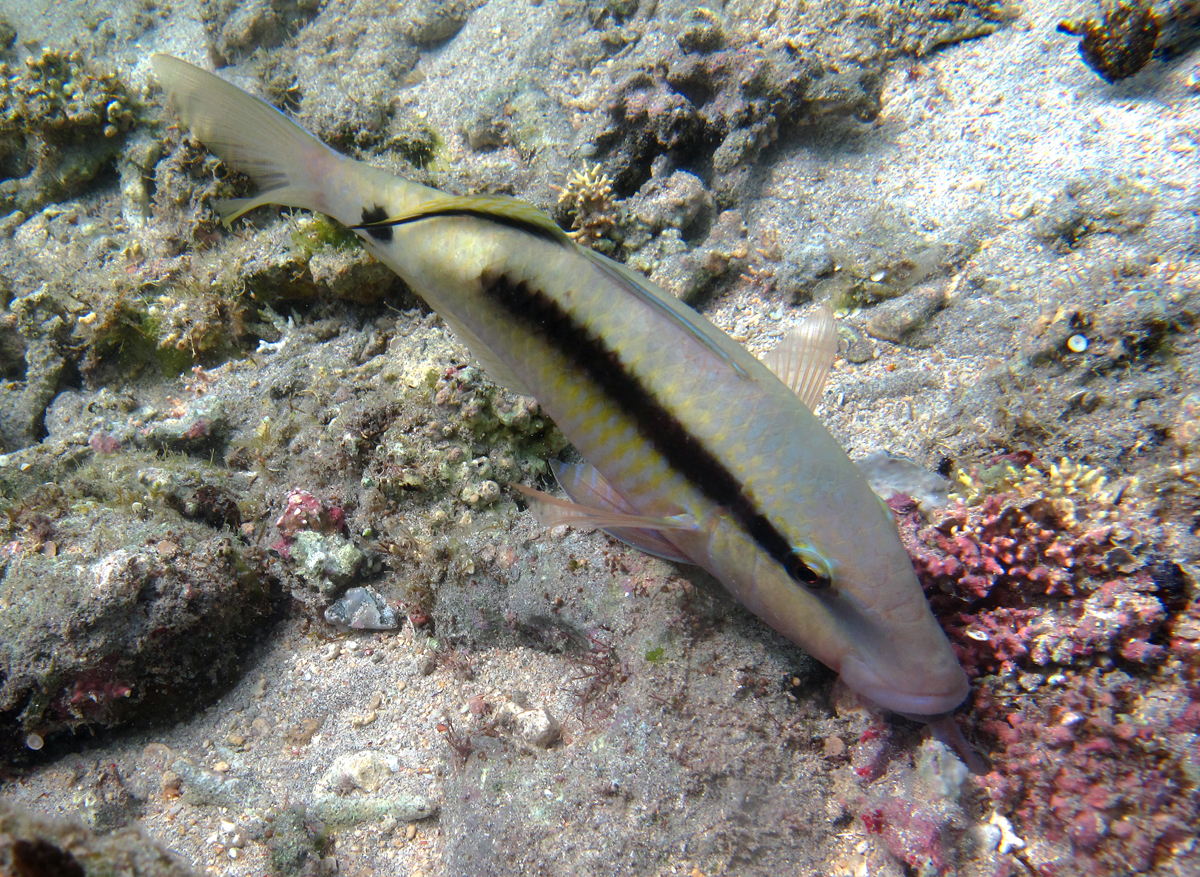
Un rouget à longue barbe (Parupeneus macronemus)
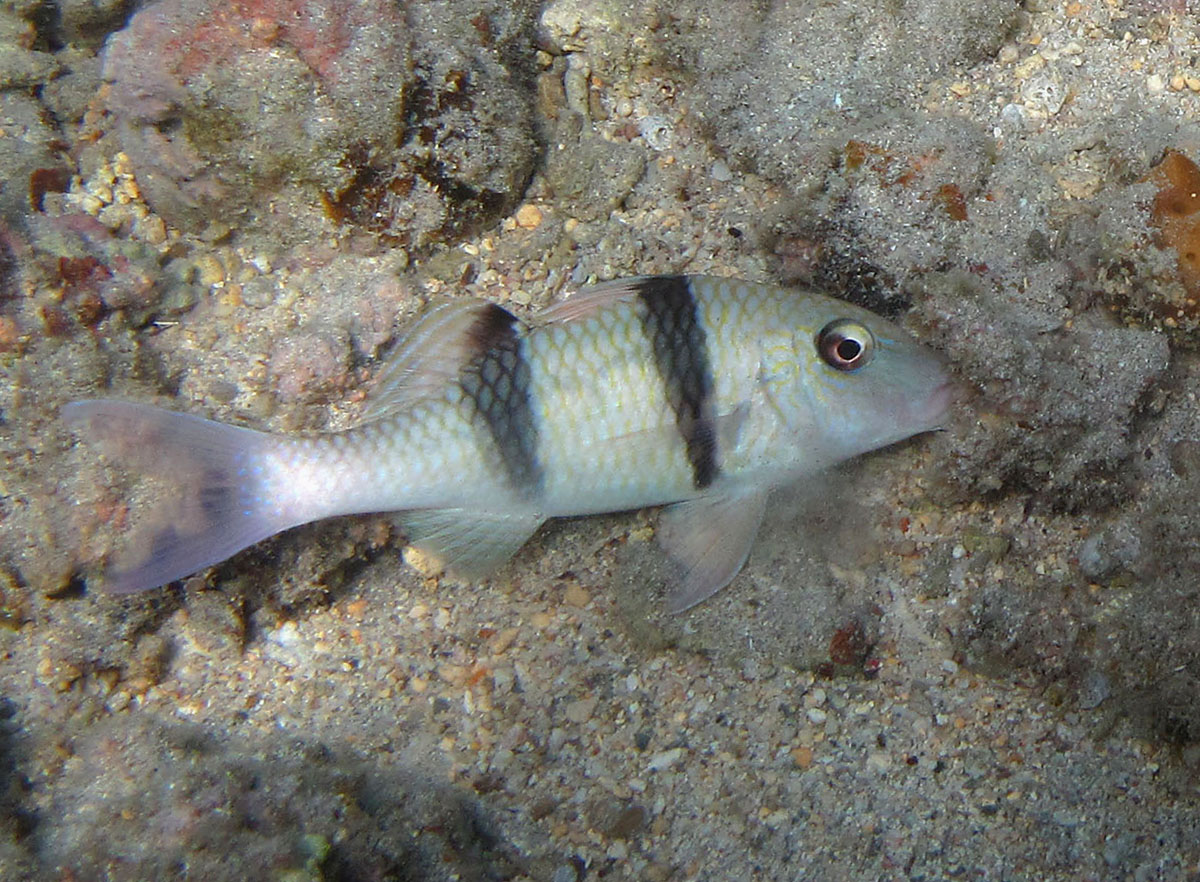
Un rouget-barbet à deux taches (Parupeneus trifasciatus)
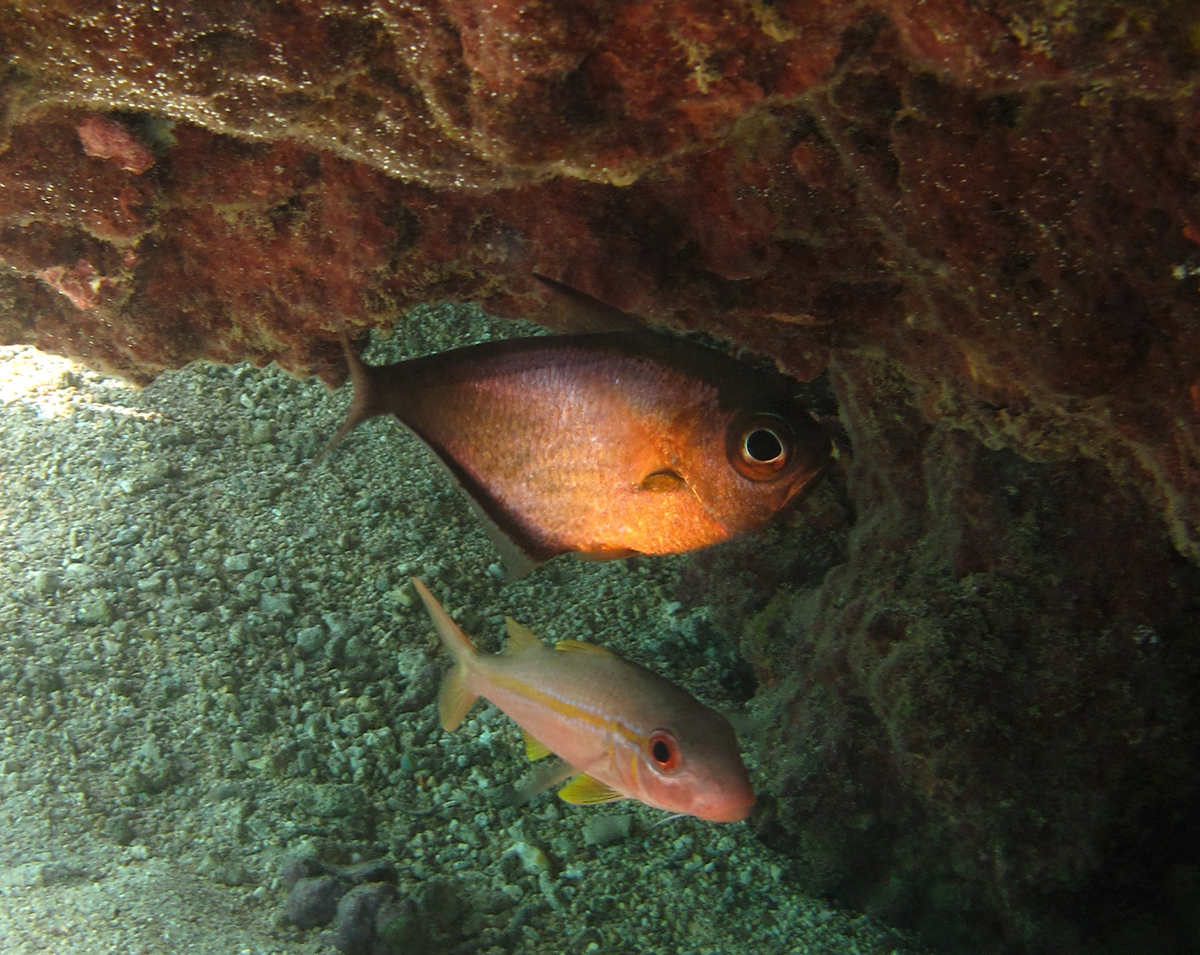
Un balayeur Pempheris sp.
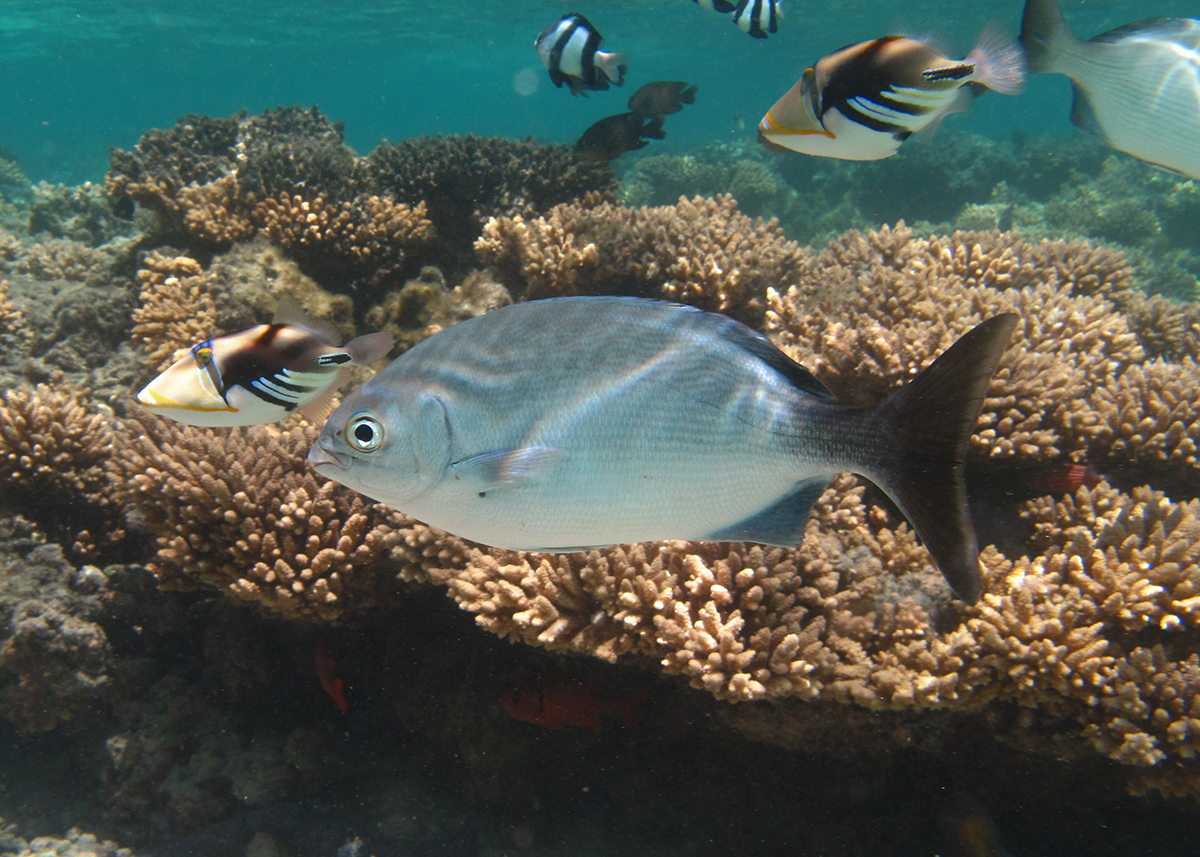
Une saupe Kyphosus bigibbus
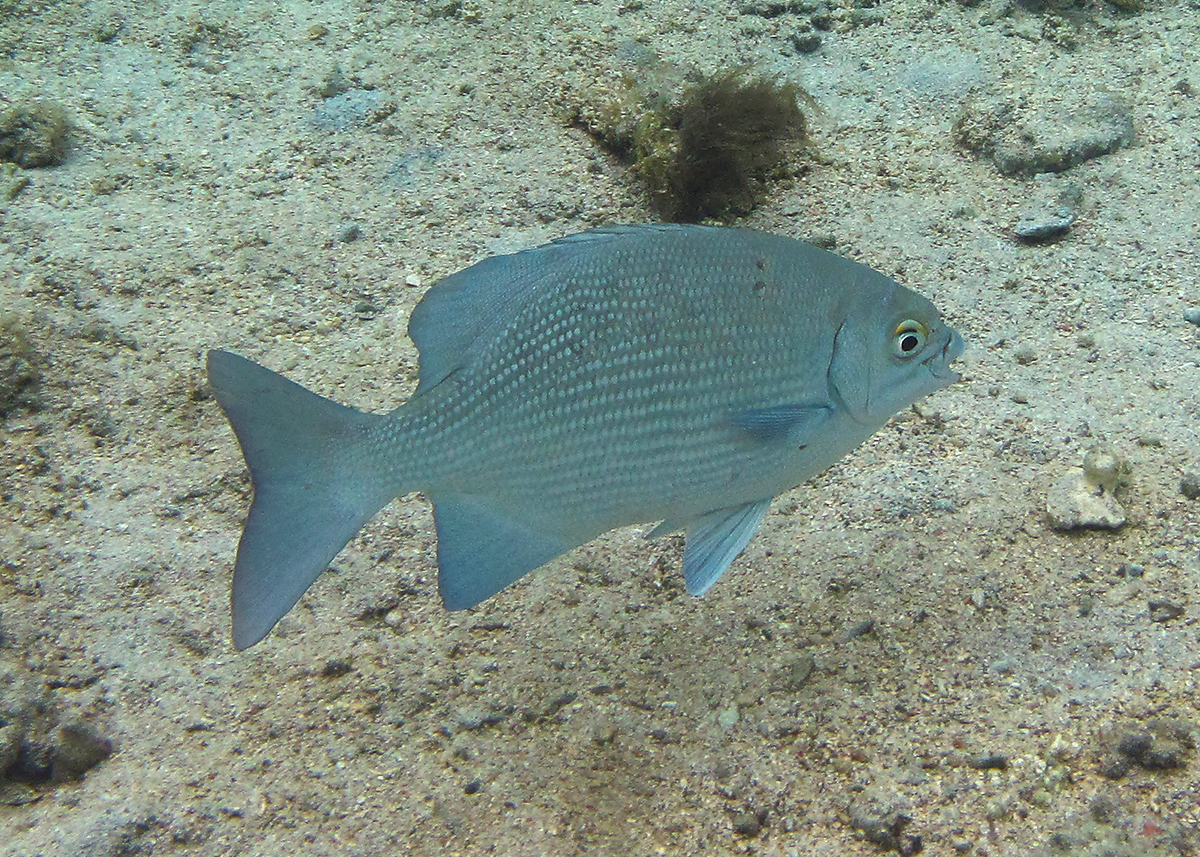
Calicagère bleue (Kyphosus cinerascens)
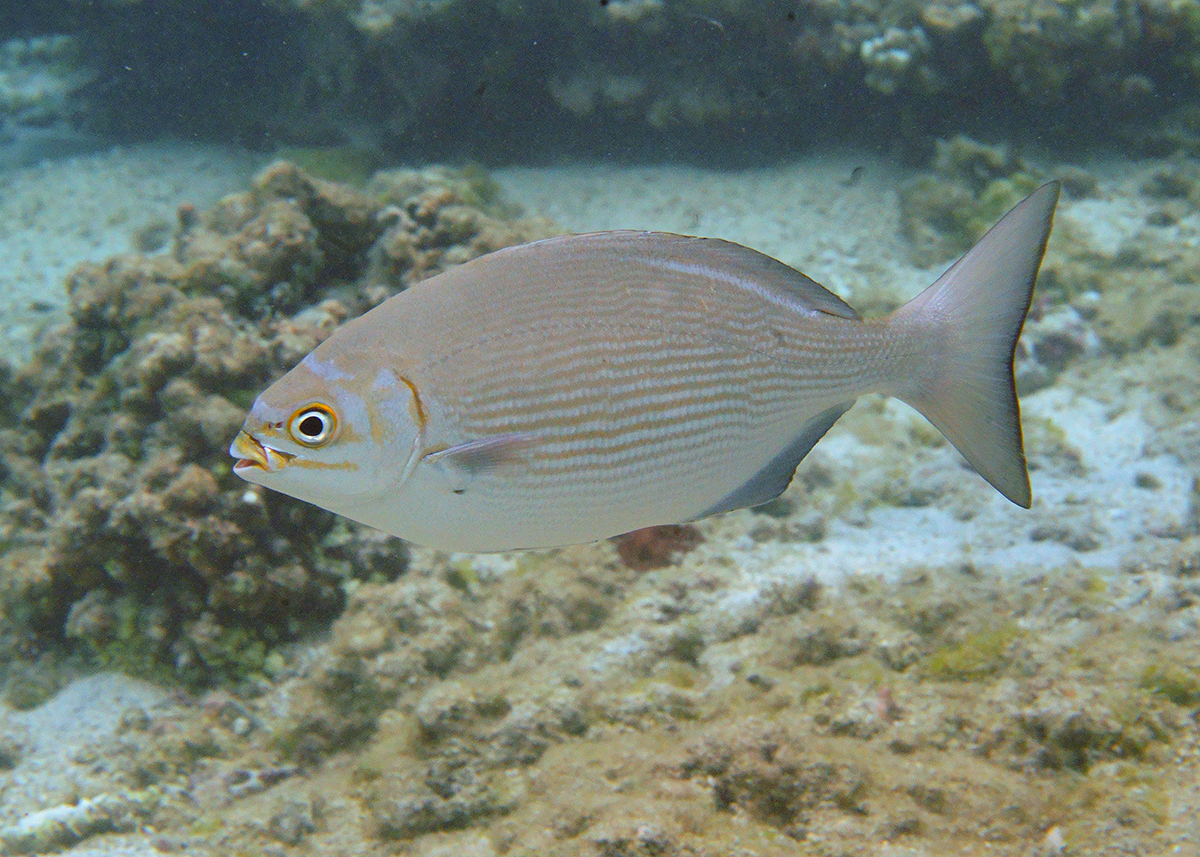
Une saupe grise à lignes jaunes (Kyphosus vaigiensis)
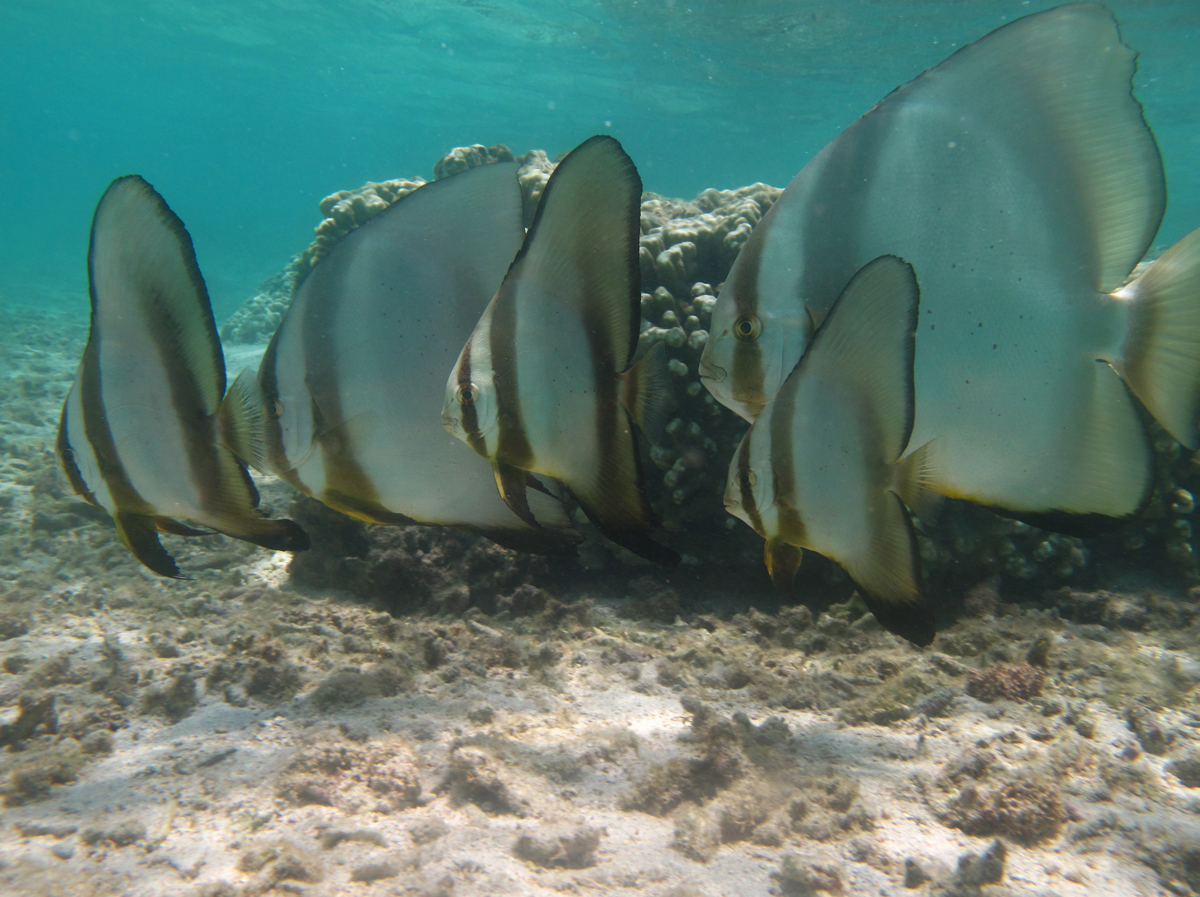
Groupe de platax orbiculaires (Platax orbicularis)
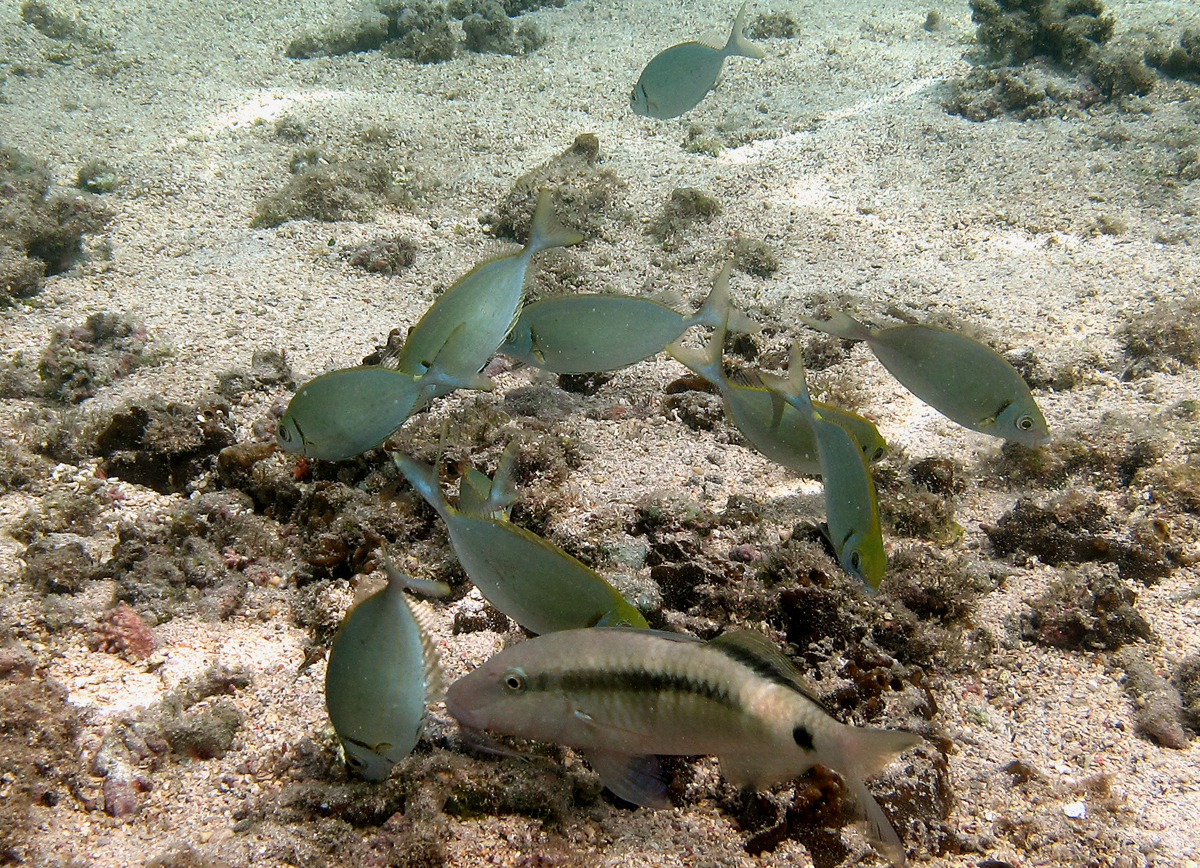
Un groupe de sigans vermiculés (Siganus argenteus)
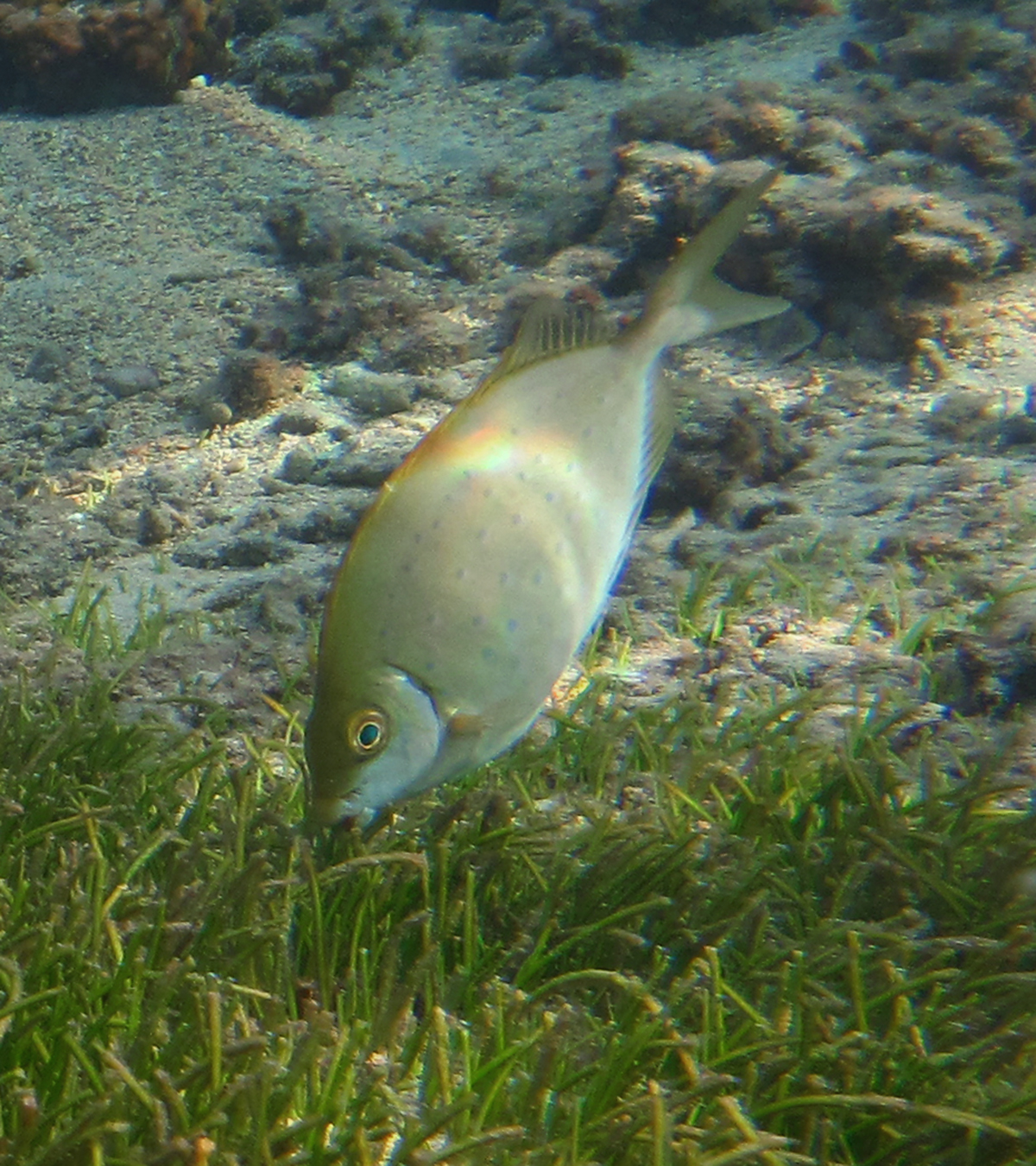
Un poisson-lapin moucheté (Siganus sutor)
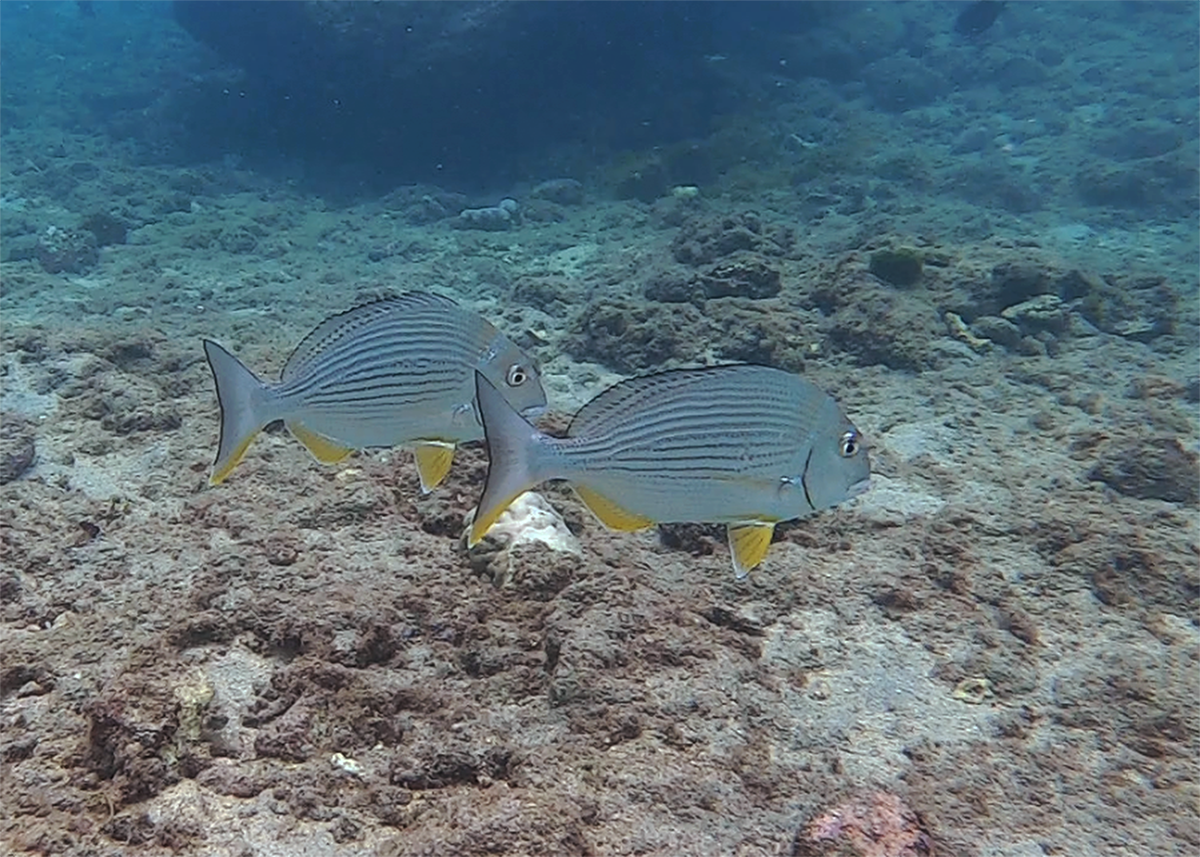
Rhabdosargus sarba
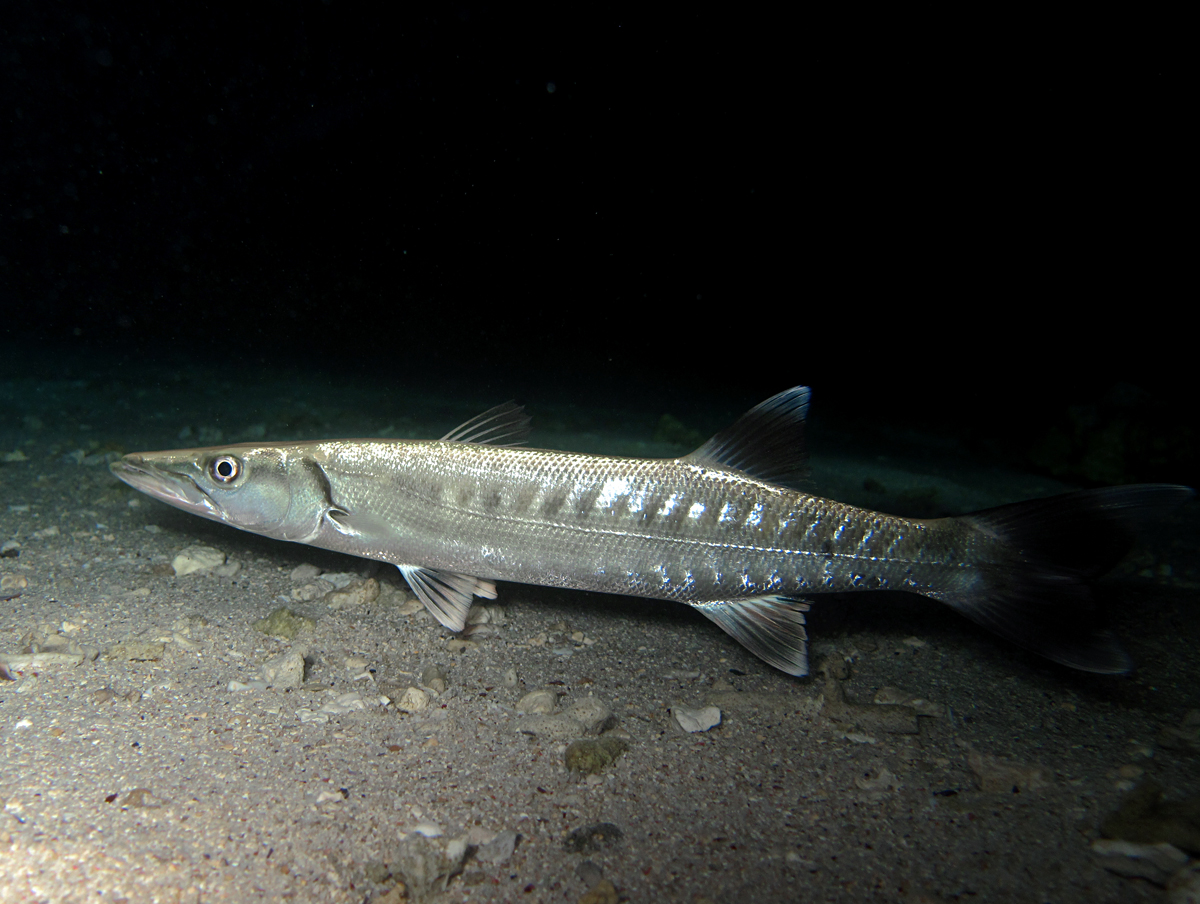
Un jeune barracuda (Sphyraena barracuda) de nuit
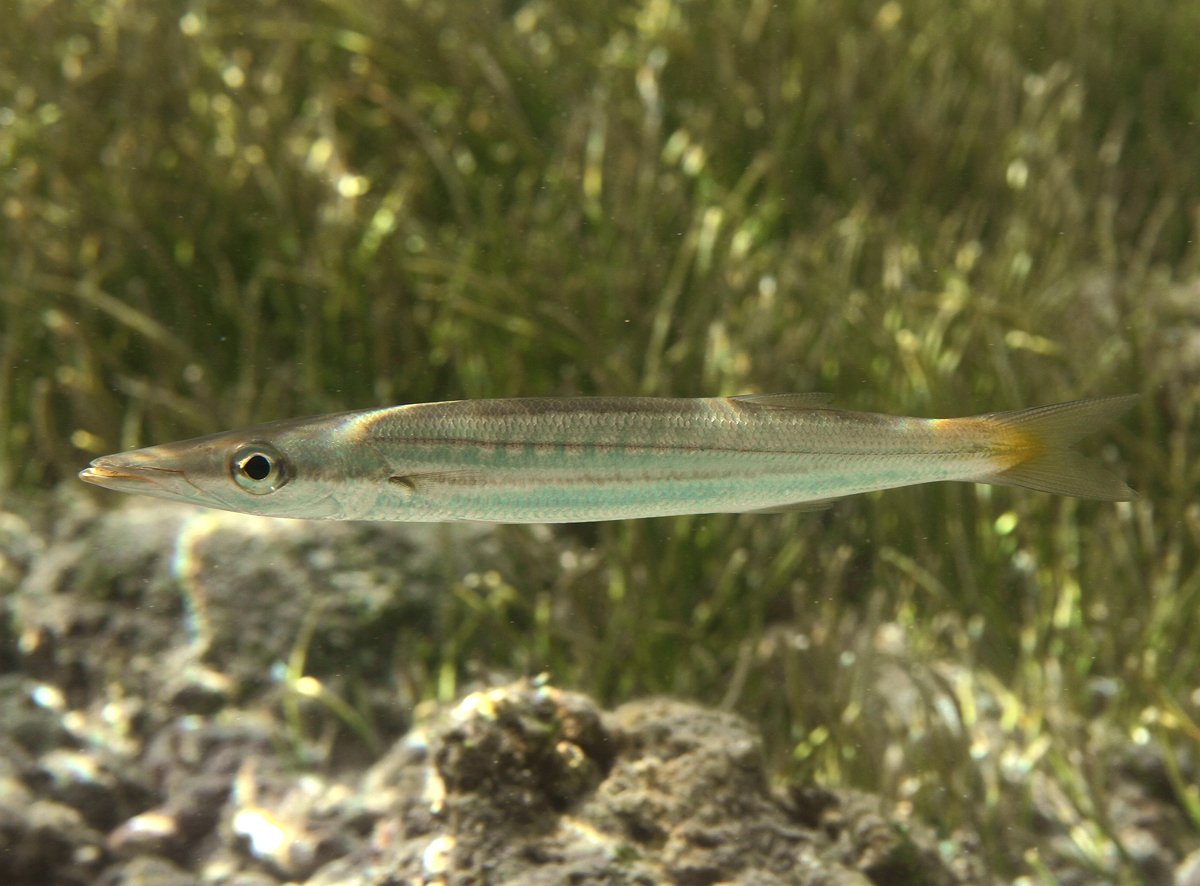
Un barracuda obtus (Sphyraena obtusata)
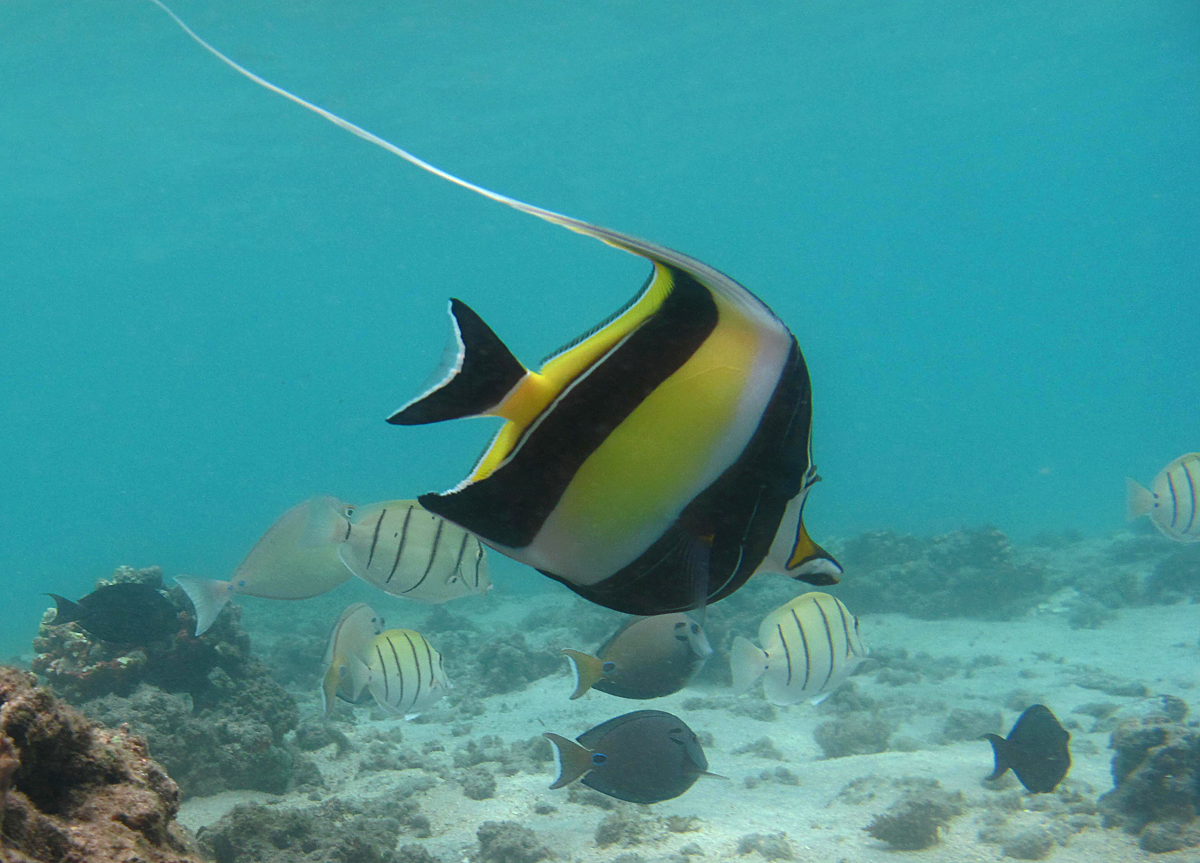
Idole des Maures (Zanclus cornutus)

##### Mérous
Le nom vernaculaire « mérou » couvre une partie de l’importante famille des Serranidae. Cette famille, très diversifiée, contient des poissons d’aspect assez différent, comme les anthias, les loches ou les barbiers. Le principal groupe de mérous se trouve dans la sous-famille des Epinephelinae, qui regroupe 22 genres et 87 espèces. On les rencontre dans les eaux tropicales et tempérées, de 1 à 300 mètres de profondeur. Ils sont tous carnivores : ils se nourrissent de poissons, de crustacés et de mollusques. La plupart des espèces sont hermaphrodites protogynes (ce qui signifie que tous les individus naissent femelles et que certains deviendront mâles quand la situation l’exigera). 56 espèces de Serranidae sont recensées à La Réunion.

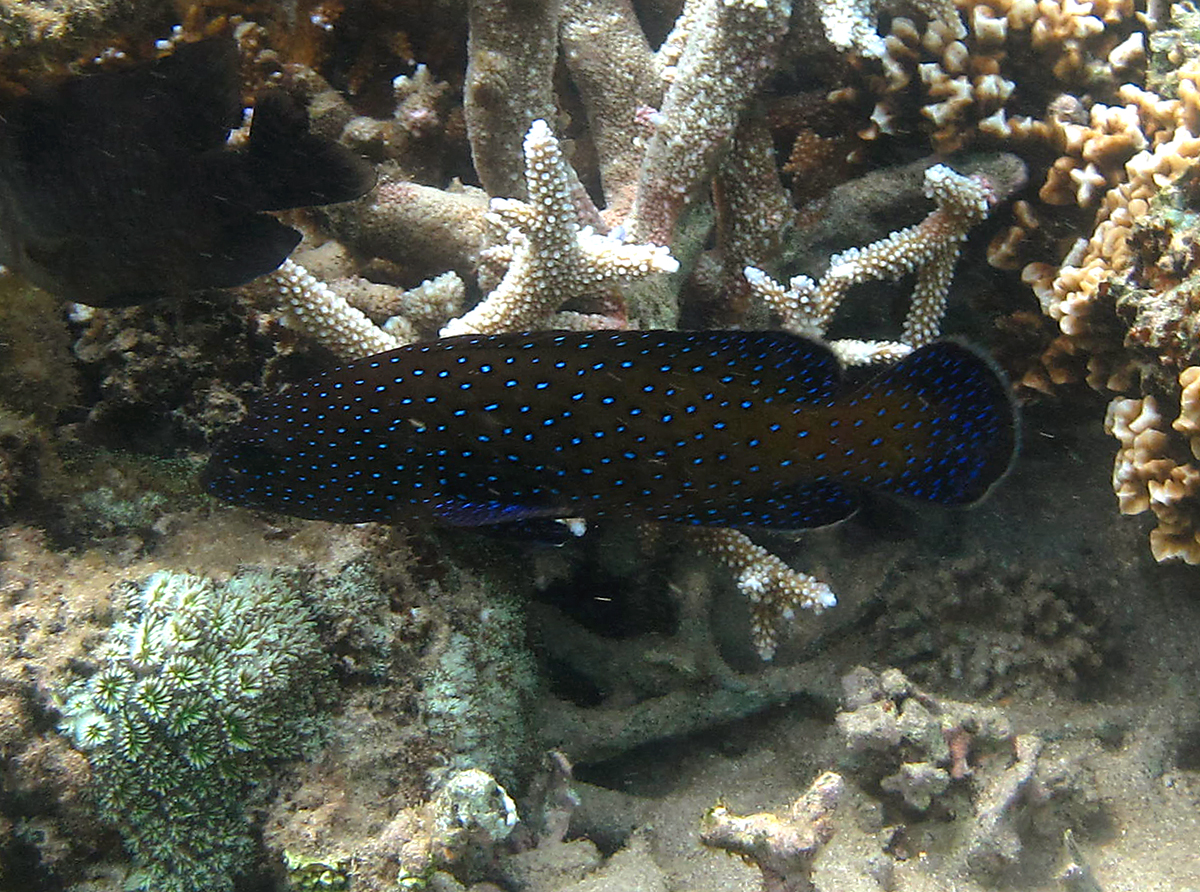
Un mérou céleste (Cephalopholis argus)
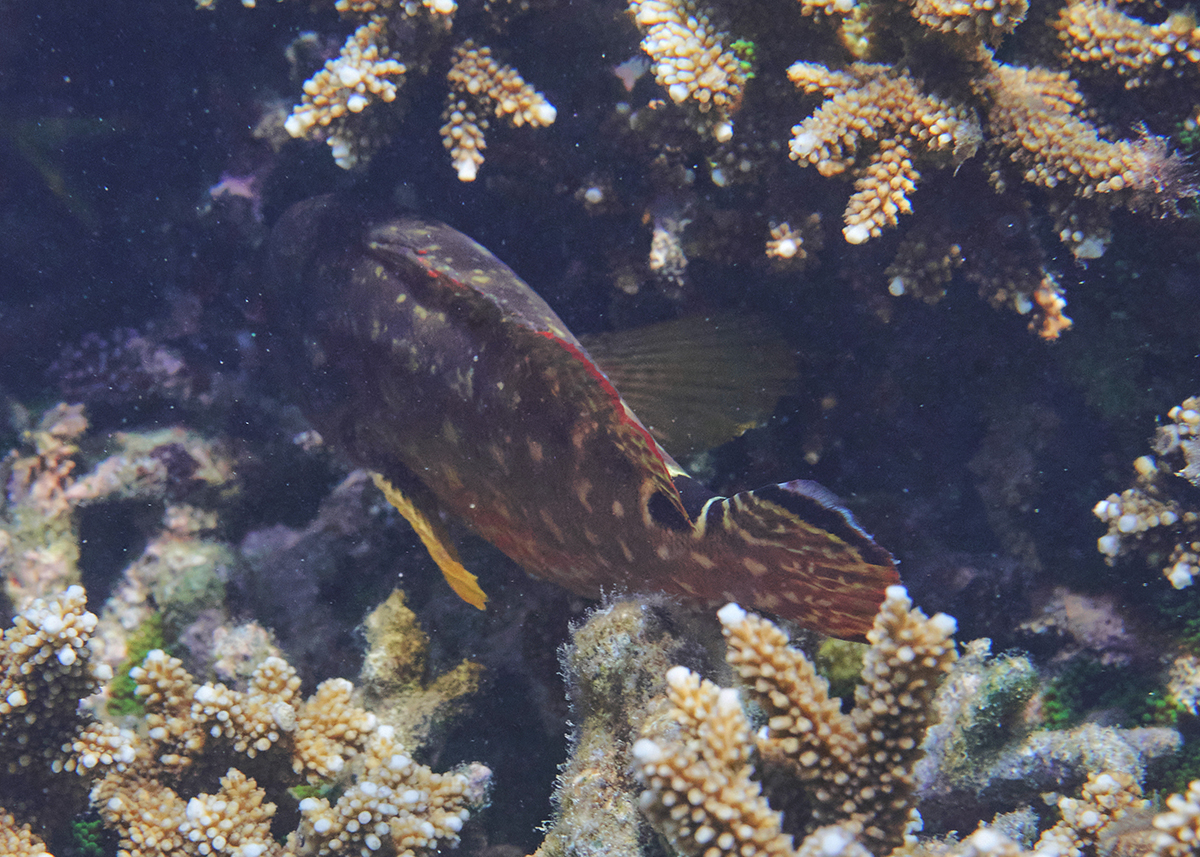
Un mérou léopard (Cephalopholis leopardus)
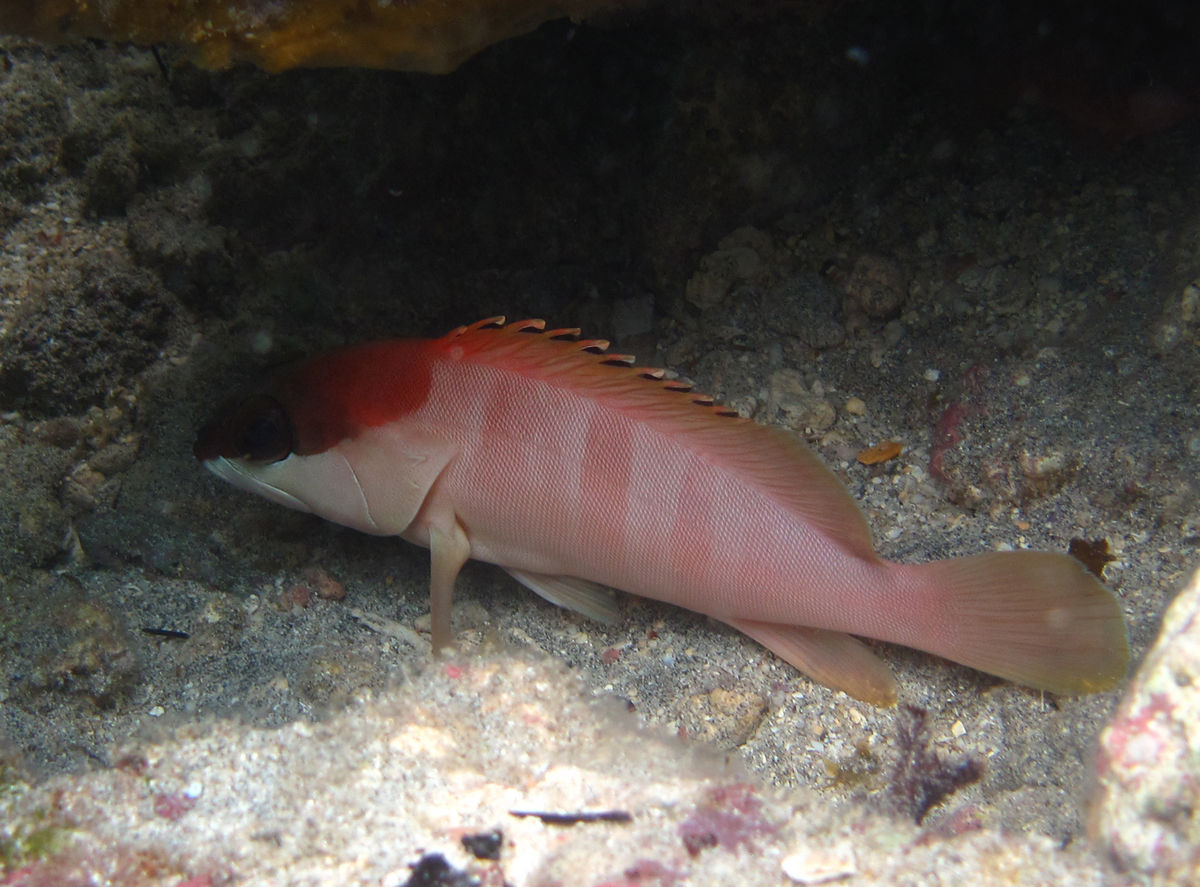
Un mérou oriflamme (Epinephelus fasciatus) juvénile
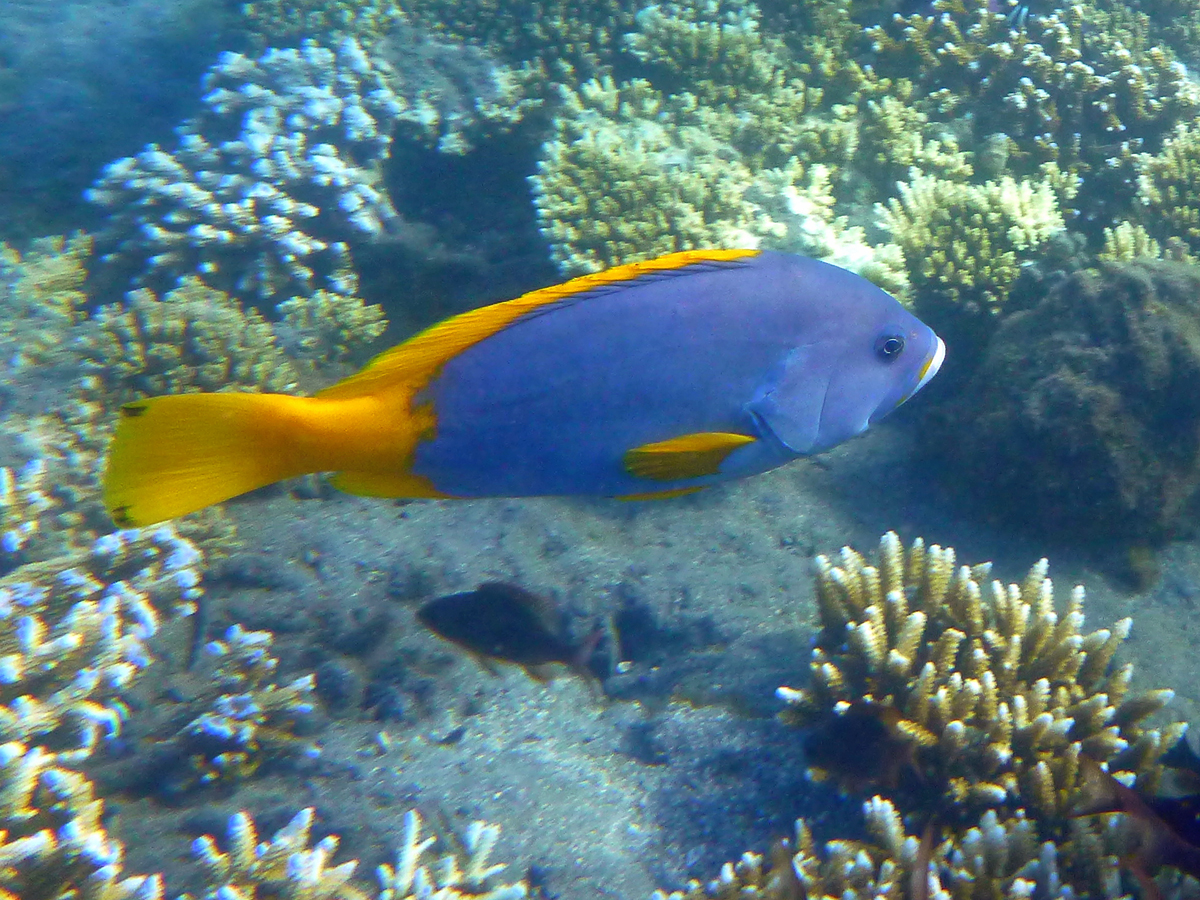
Un mérou faraud (Epinephelus flavocaeruleus) juvénile
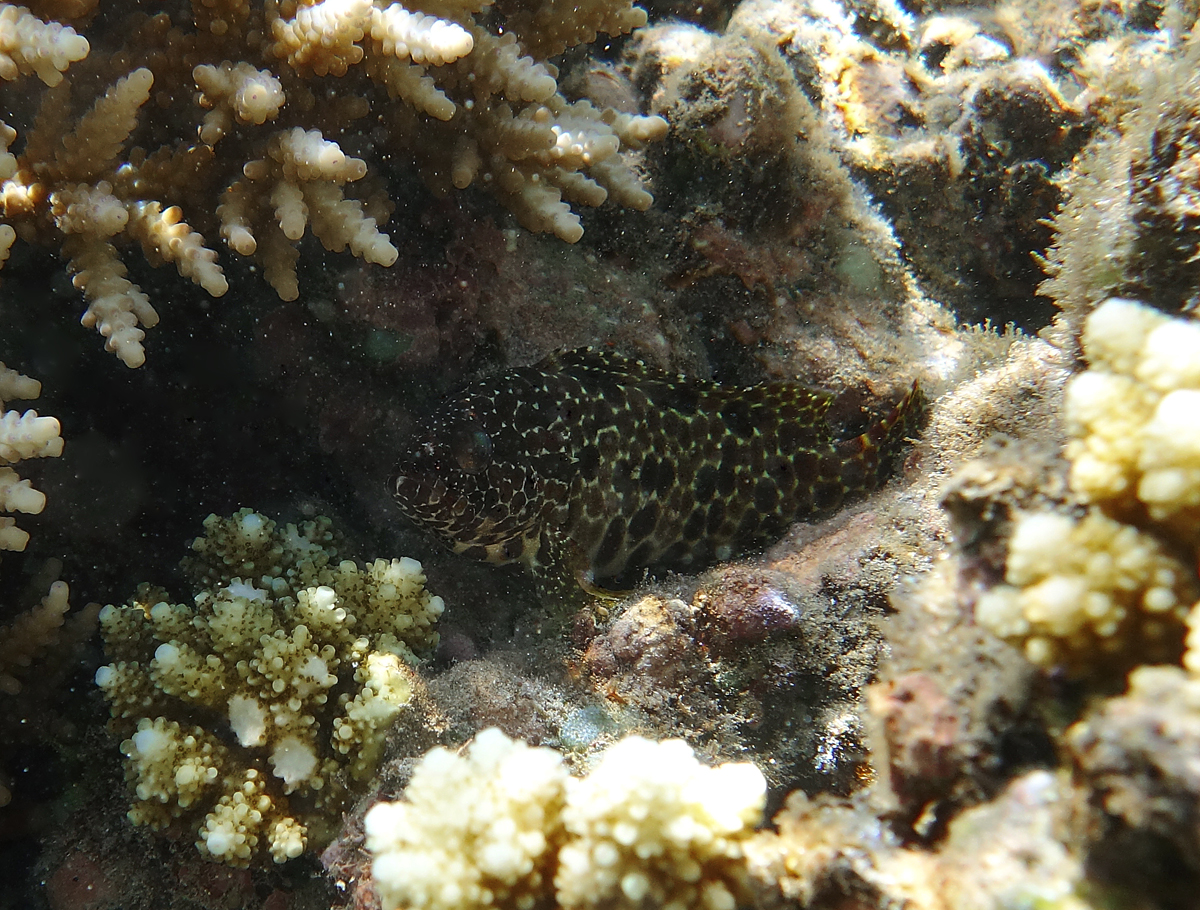
Un mérou mélifère (Epinephelus hexagonatus)
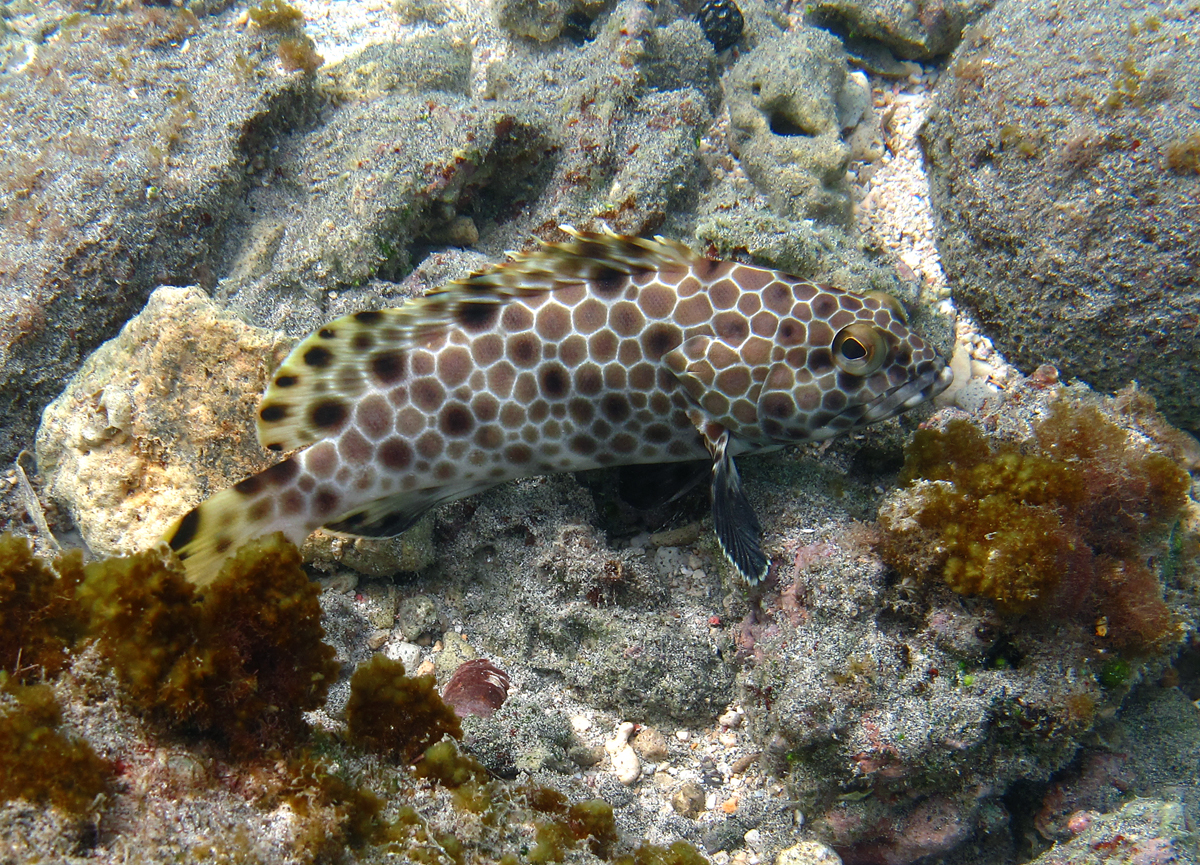
Un mérou Risdael (Epinephelus macrospilos)
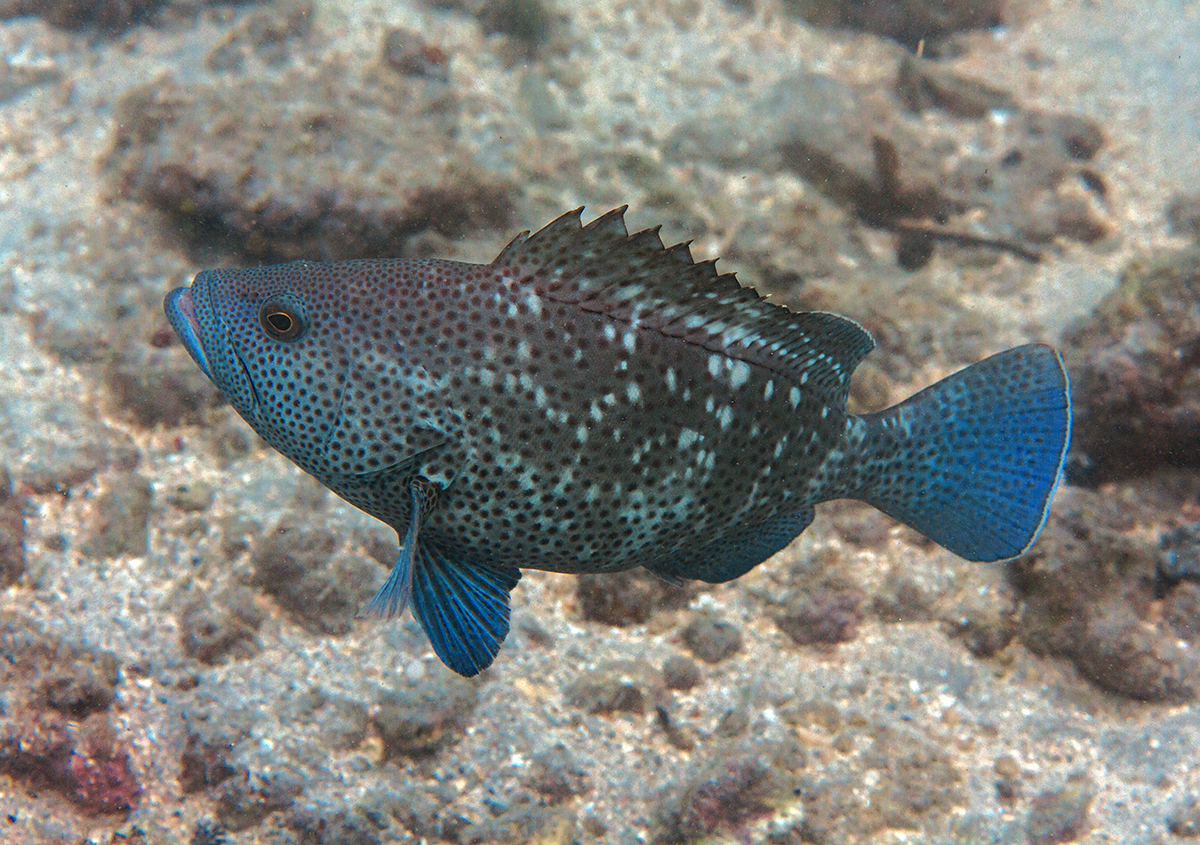
Jeune Epinephelus multinotatus
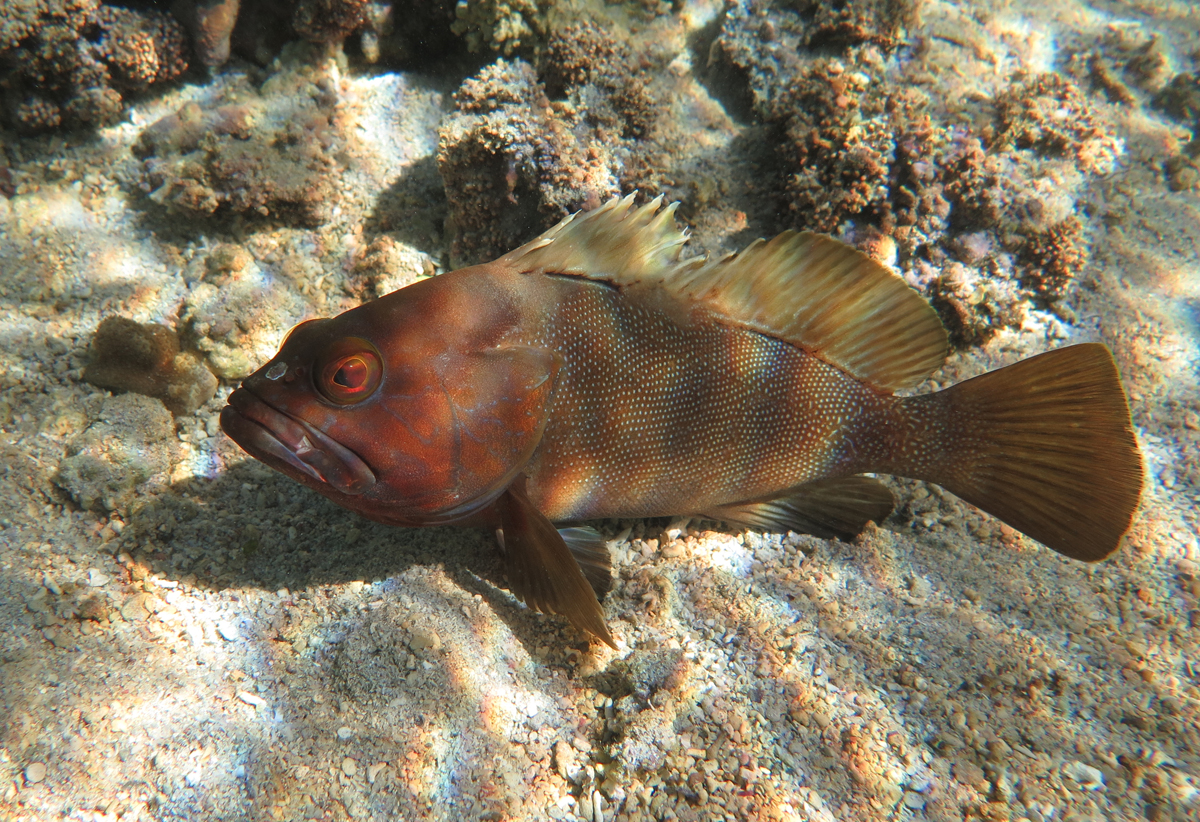
Epinephelus rivulatus
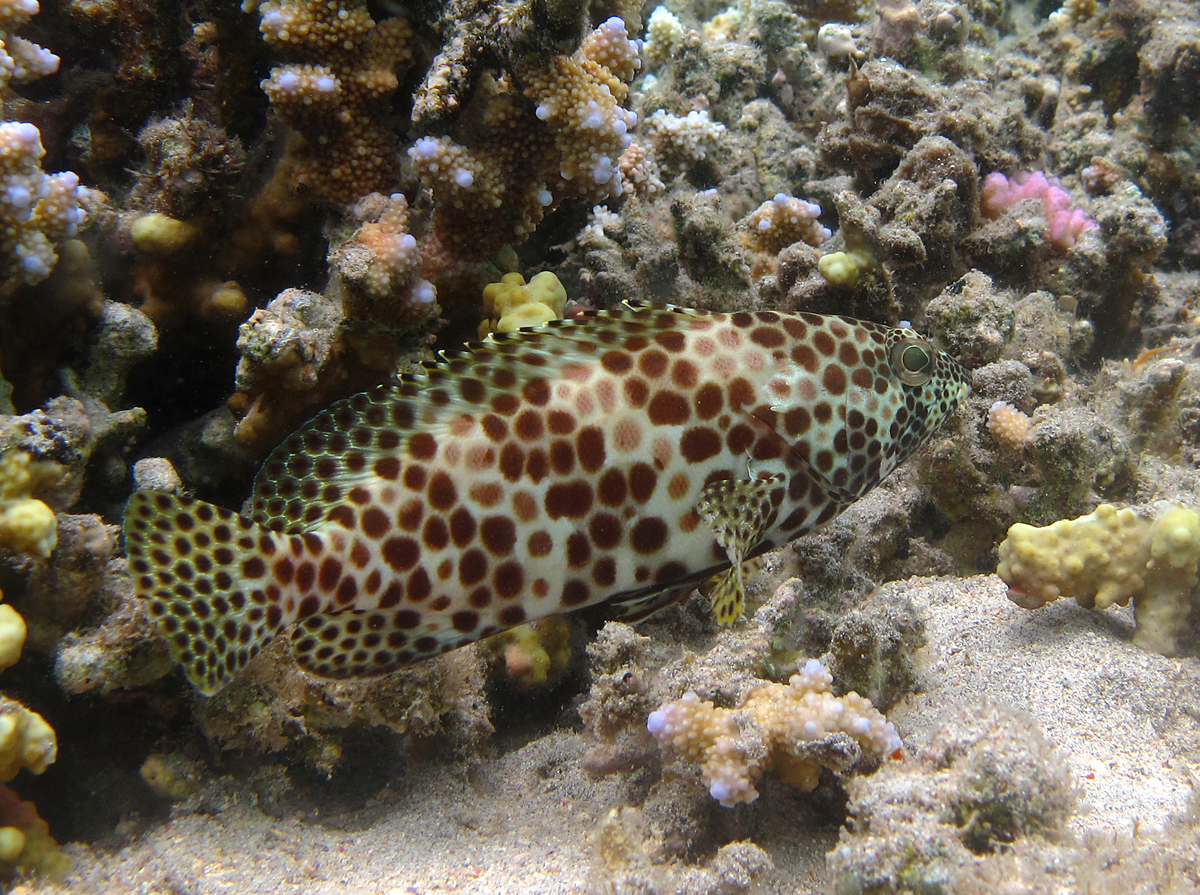
Un mérou gâteau de cire (Epinephelus merra)
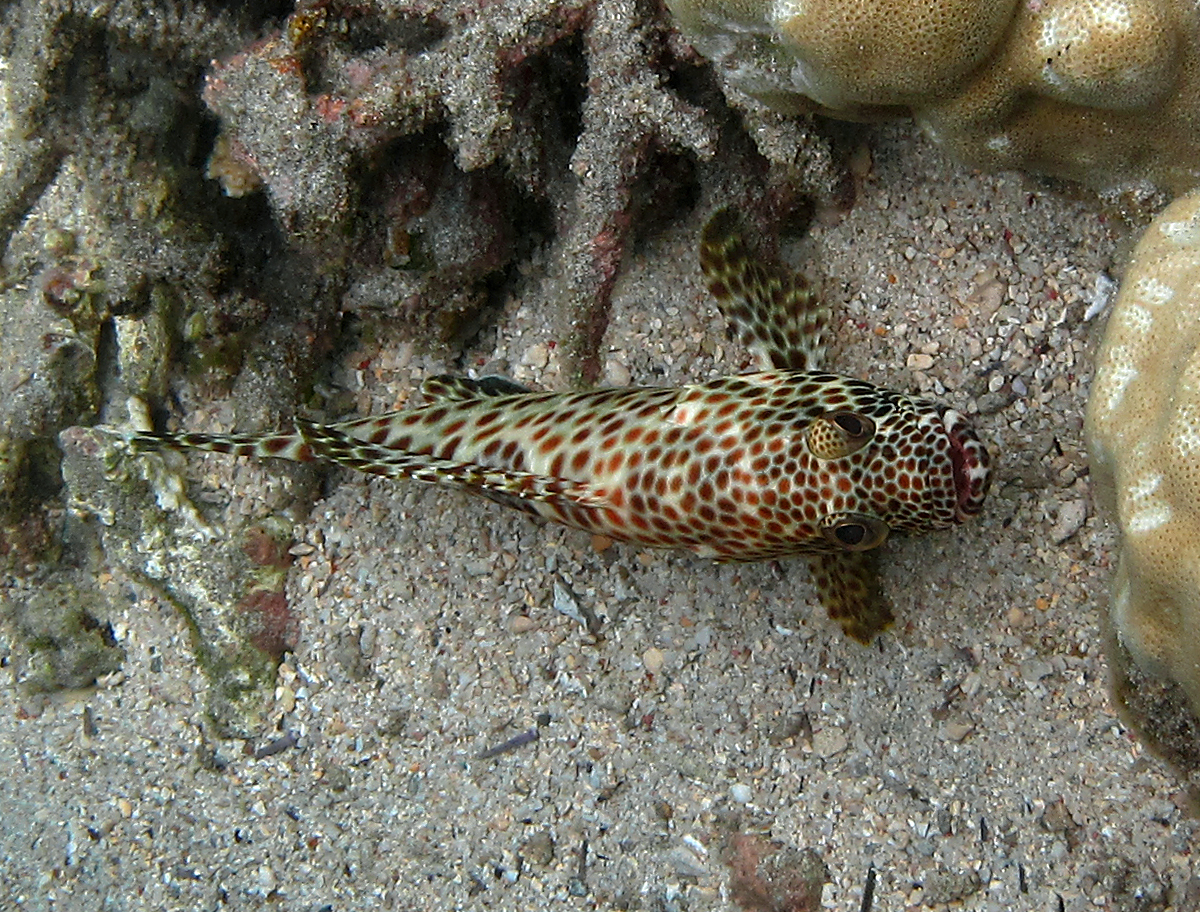
Un mérou loutre (Epinephelus tauvina)
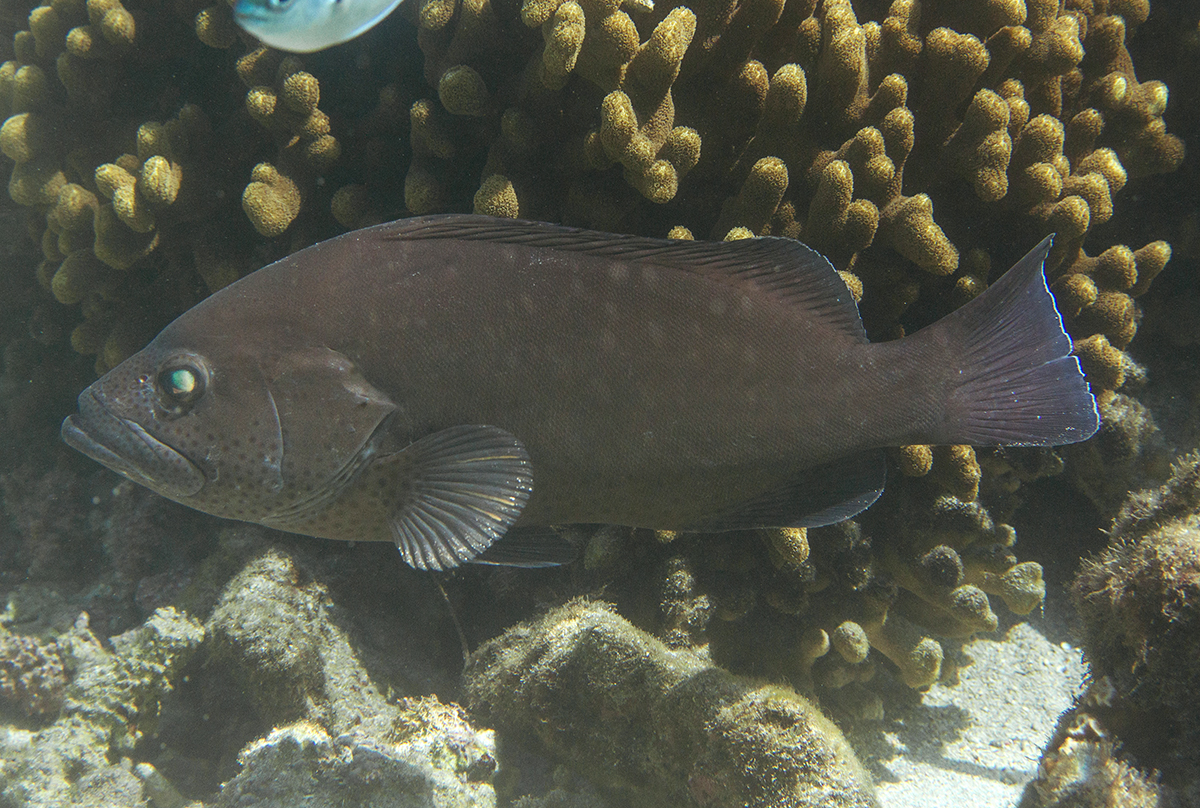
Hybride E. cholostigma x E. multinotatus?
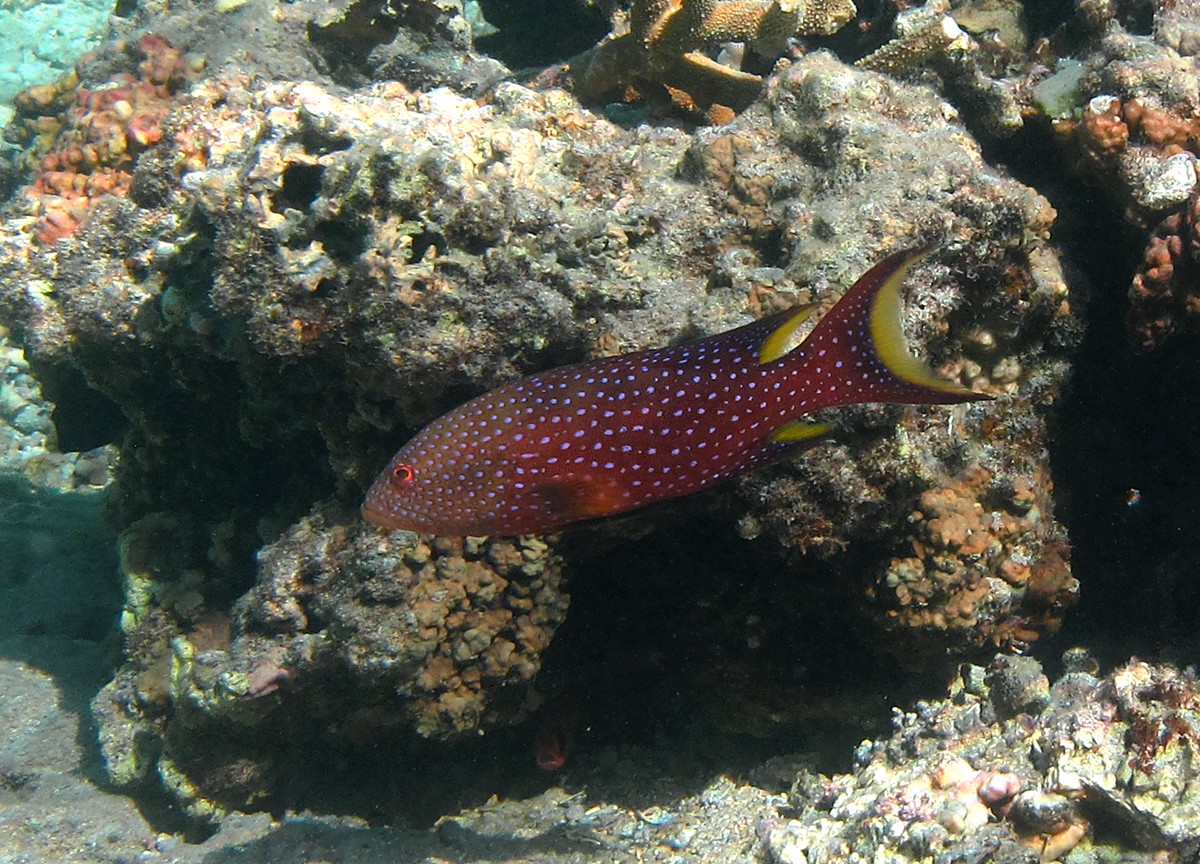
Un mérou croissant jaune (Variola louti) subadulte
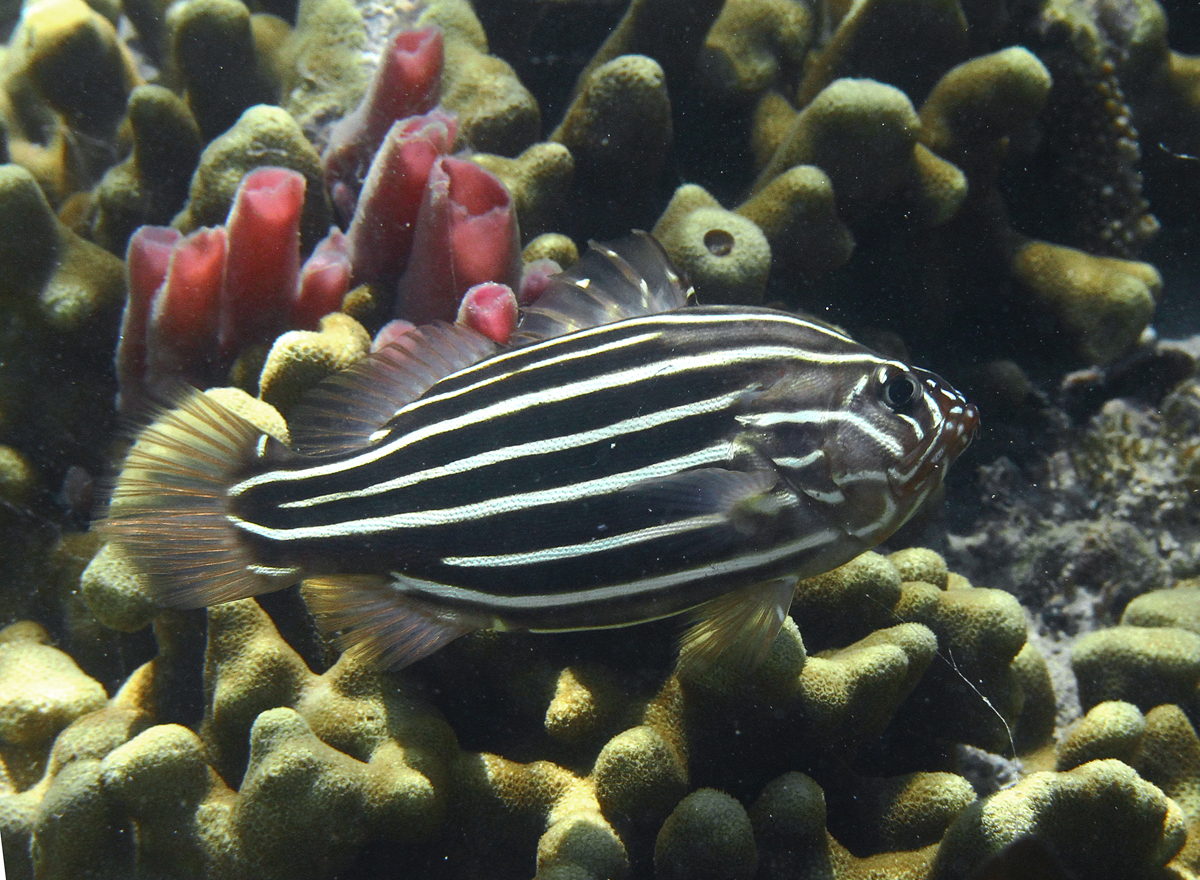
Un poisson-savon à six lignes (Grammistes sexlineatus)

##### Poissons-papillons et poissons-cochers
Les expressions « poissons-papillons » et « poissons-cochers » sont des noms vernaculaires qui regroupent des poissons de la famille des Chaetodontidae. Cette famille contient 12 genres et 129 espèces, largement dominées par le genre Chaetodon (88 espèces). Leur livrée est le plus souvent jaune et blanche avec des lignes généralement obliques sur le corps et un « masque » noir traversant l’œil sur la face. Ils ont un dos élevé et le corps très comprimé latéralement. La majorité vit entre 0 et 30 m de profondeur. Ils se nourrissent de polypes coralliens, d’invertébrés, d’œufs de poissons et d’algues, certains sont des planctonivores facultatifs. De nombreuses espèces sont considérées comme des bio-indicateurs de l’état de santé des coraux, notamment les corallivores stricts, et la famille dans son ensemble est utilisée pour évaluer le statut écologique d’un récif. 24 espèces de Chaetodontidae sont recensées à La Réunion.

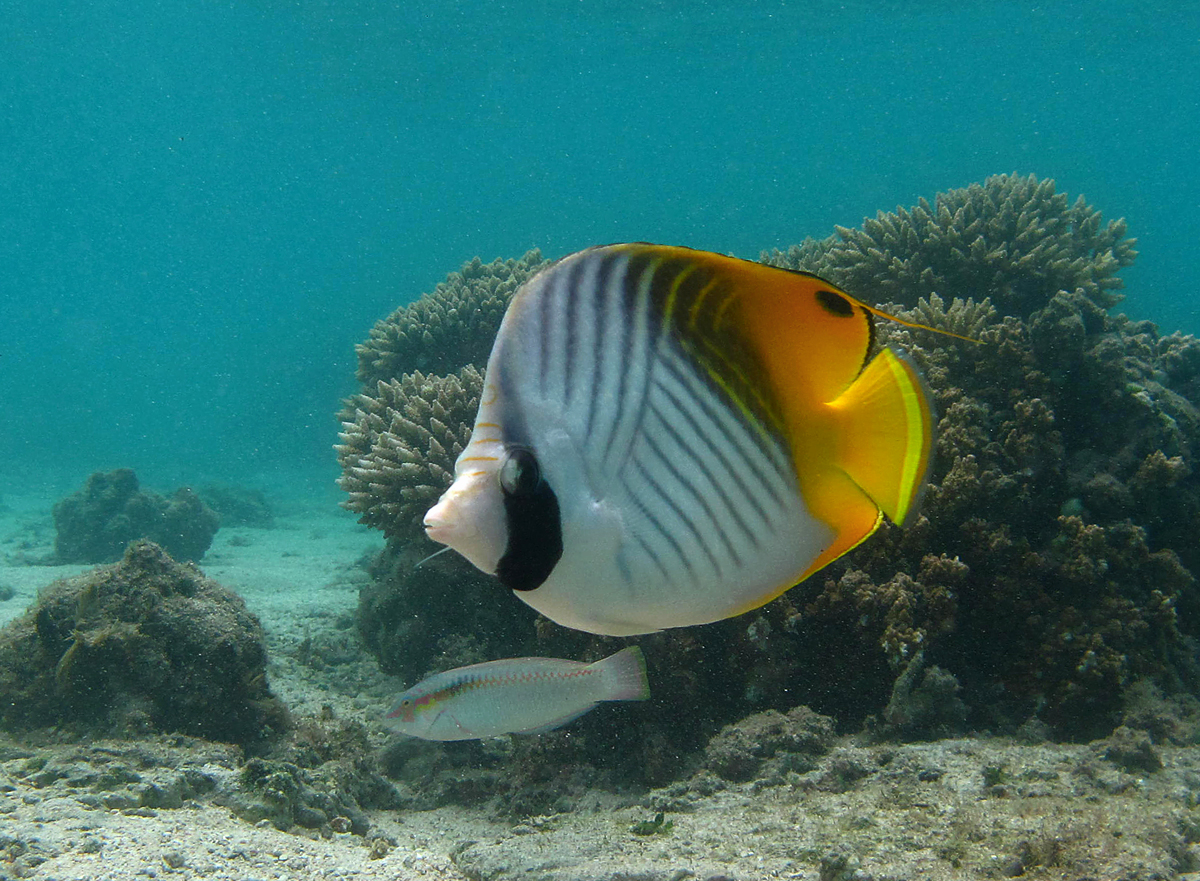
Un poisson-papillon cocher (Chaetodon auriga)
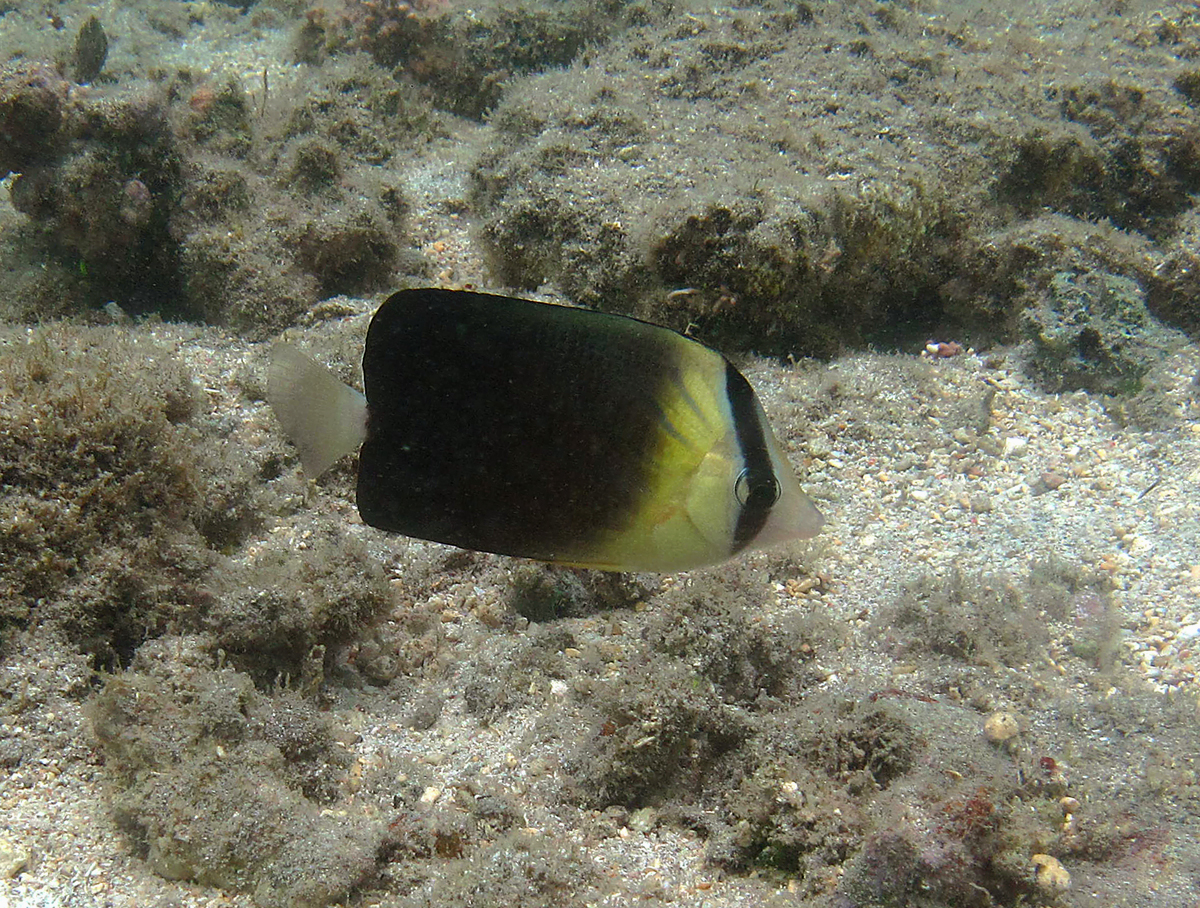
Chaetodon blackburnii
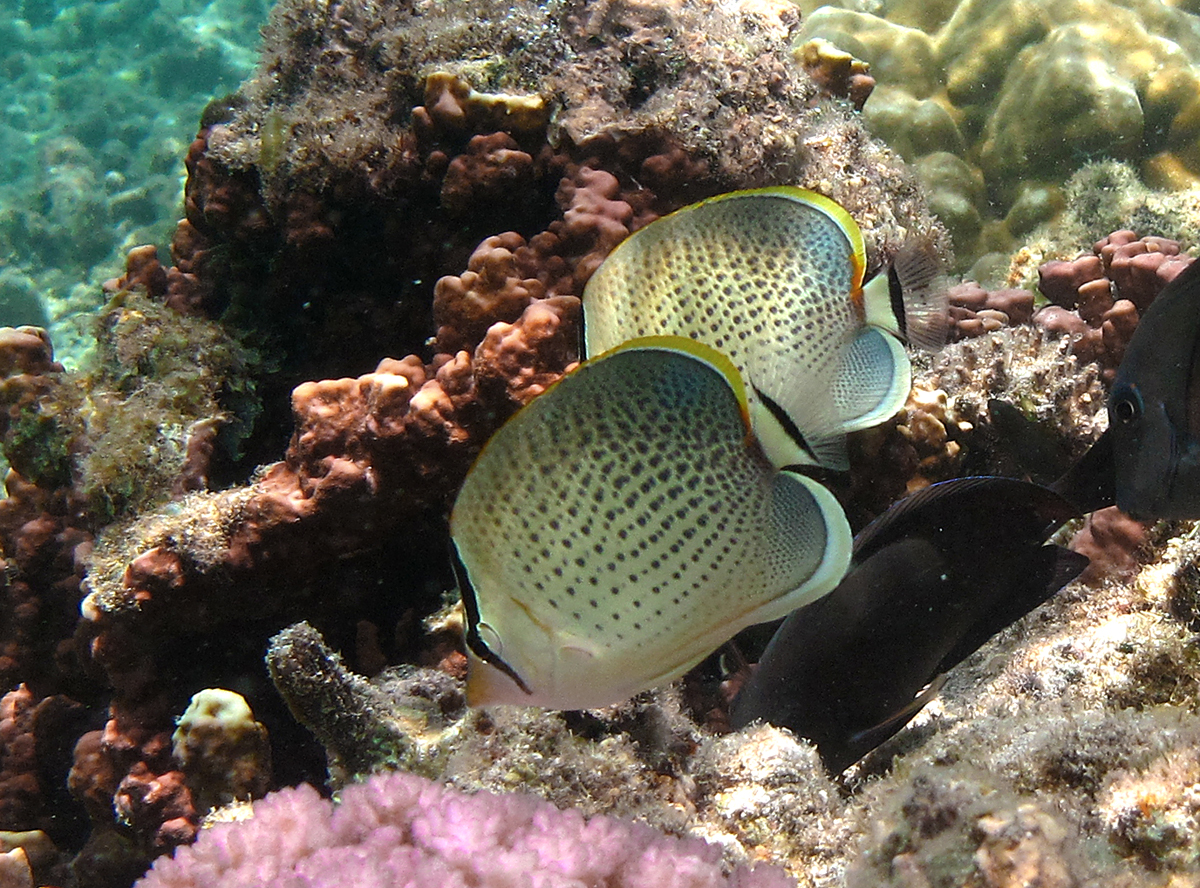
Un chétodon très moucheté (Chaetodon guttatissimus)
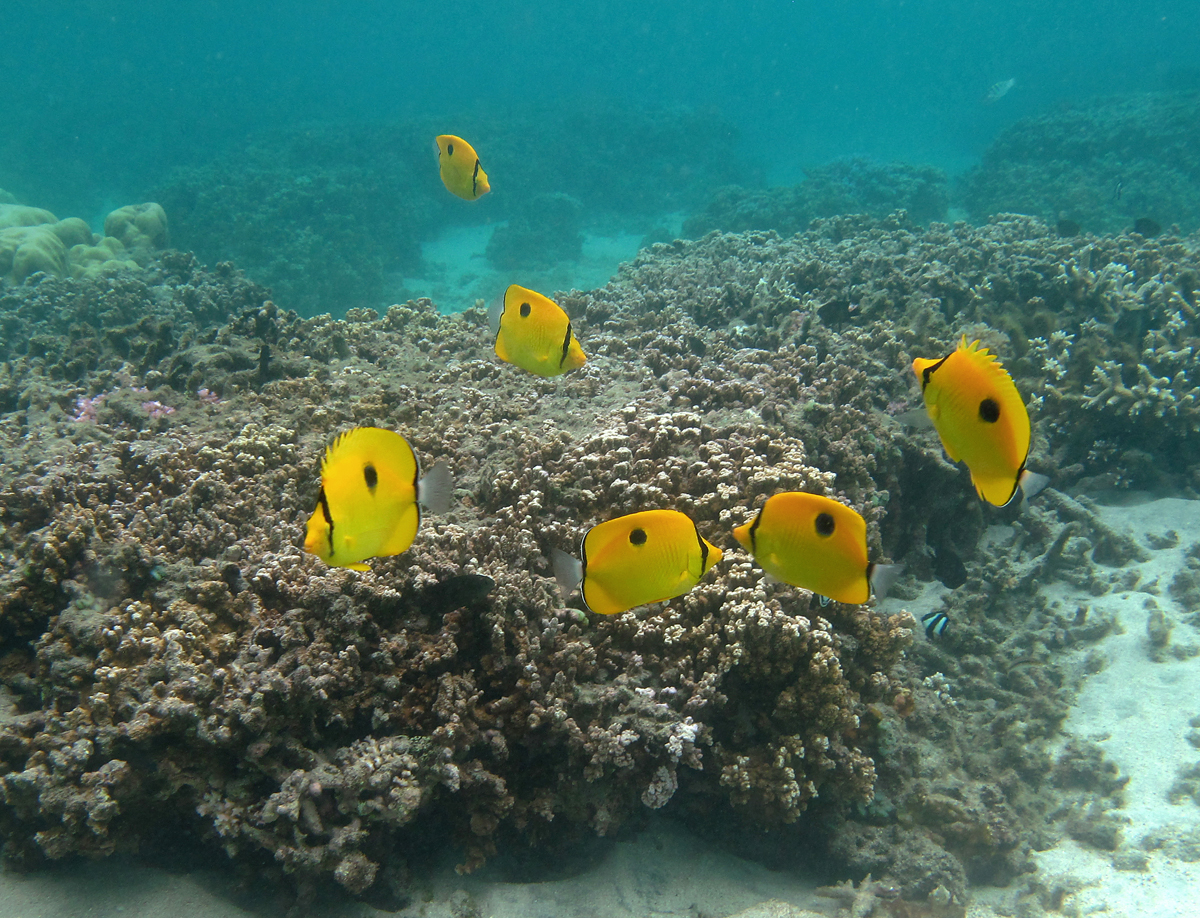
Un groupe de poissons-papillon à larme de l'océan Indien (Chaetodon interruptus)
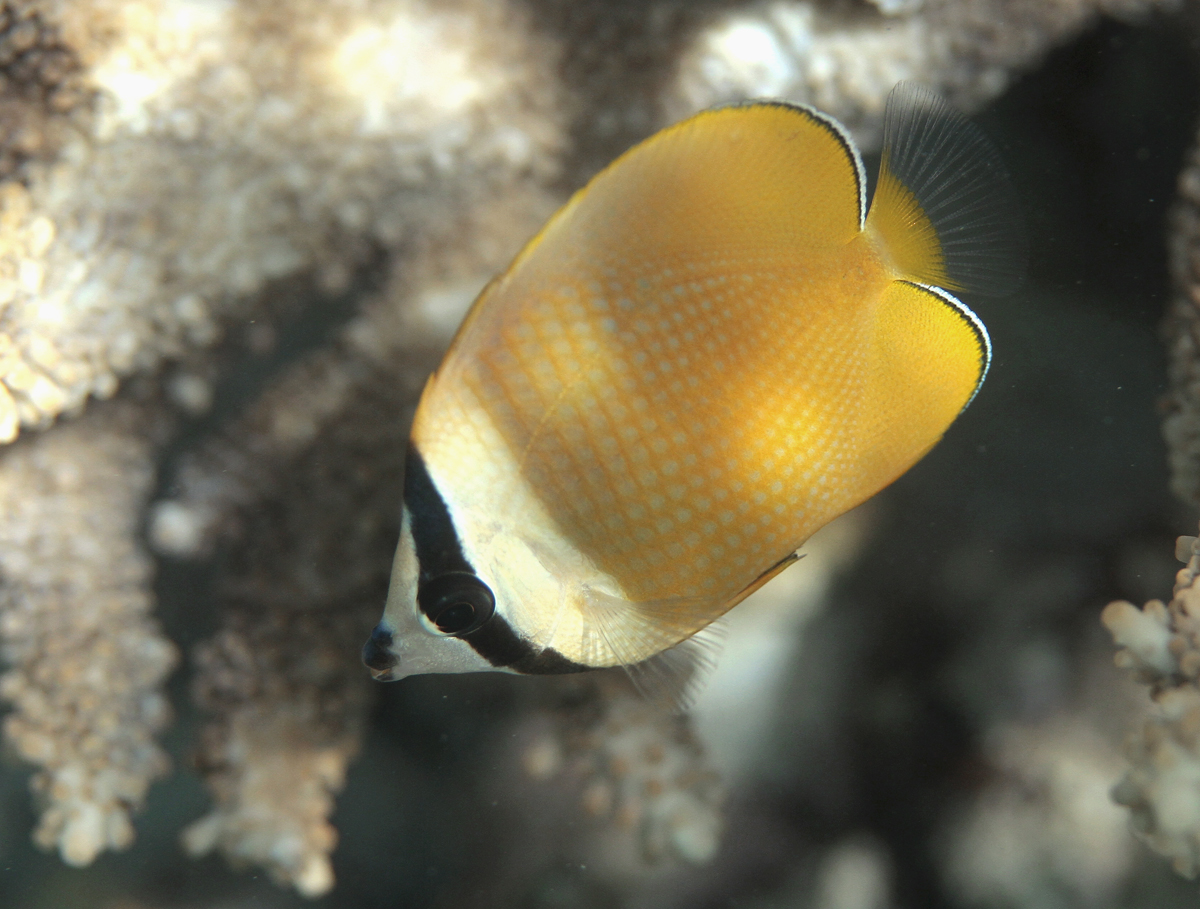
Un poisson-papillon de Klein (Chaetodon kleinii)
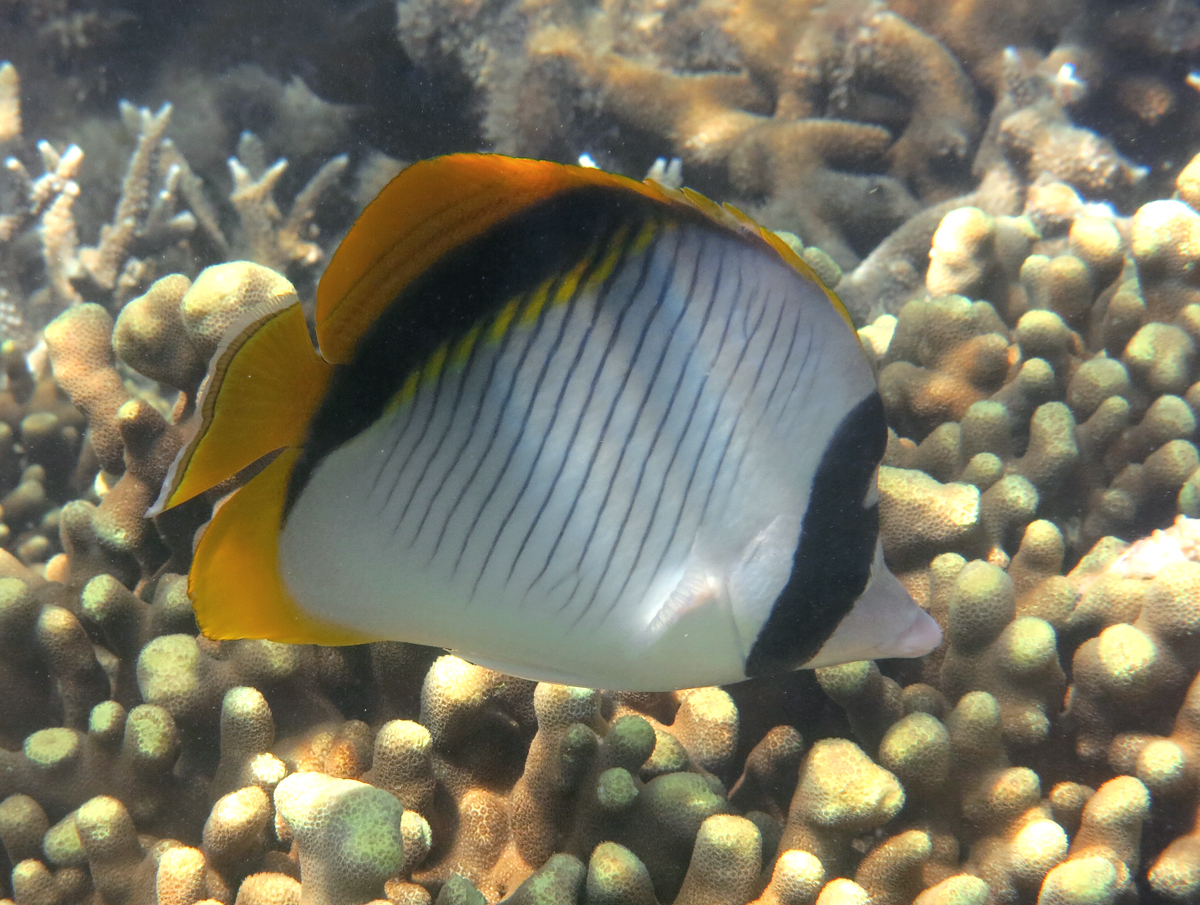
Un poisson-papillon linéolé (Chaetodon lineolatus)
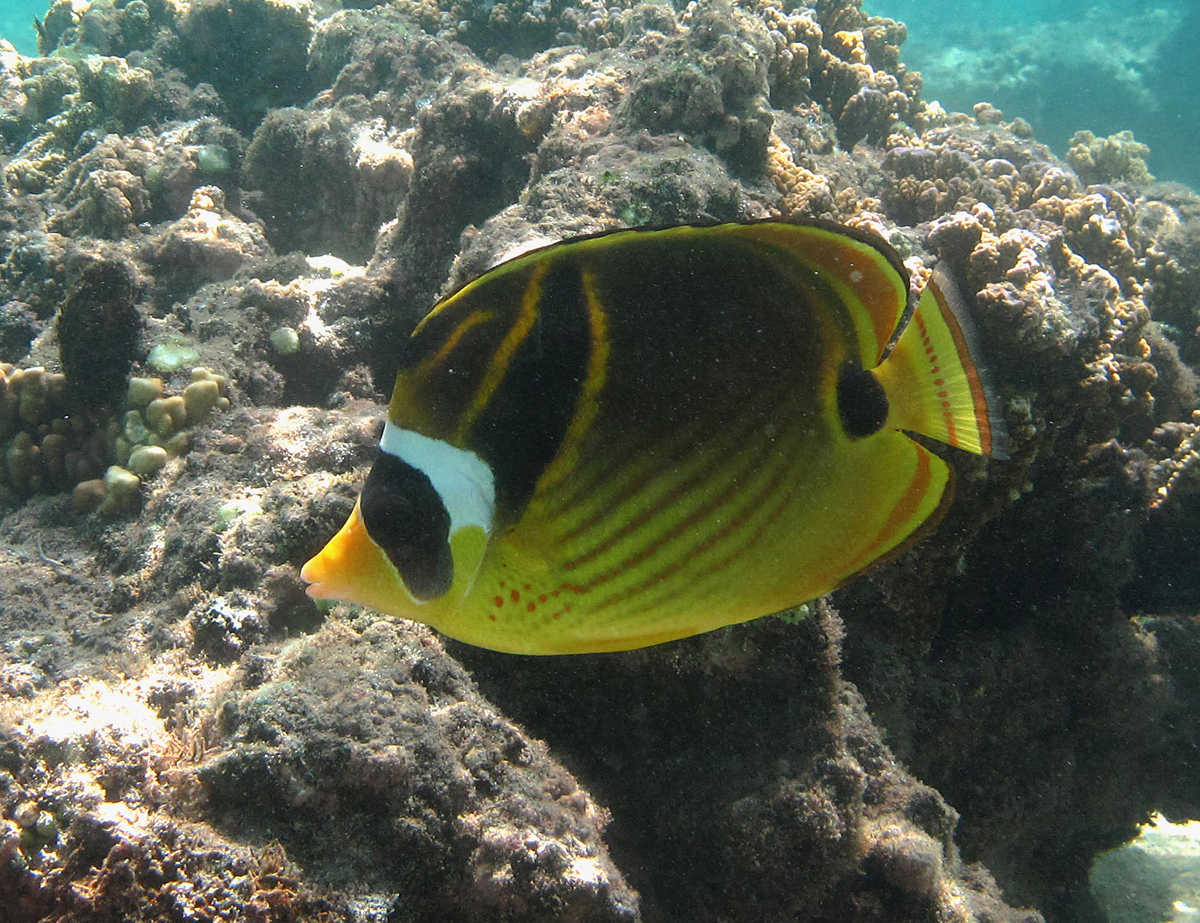
Un poisson-papillon raton-laveur (Chaetodon lunula)
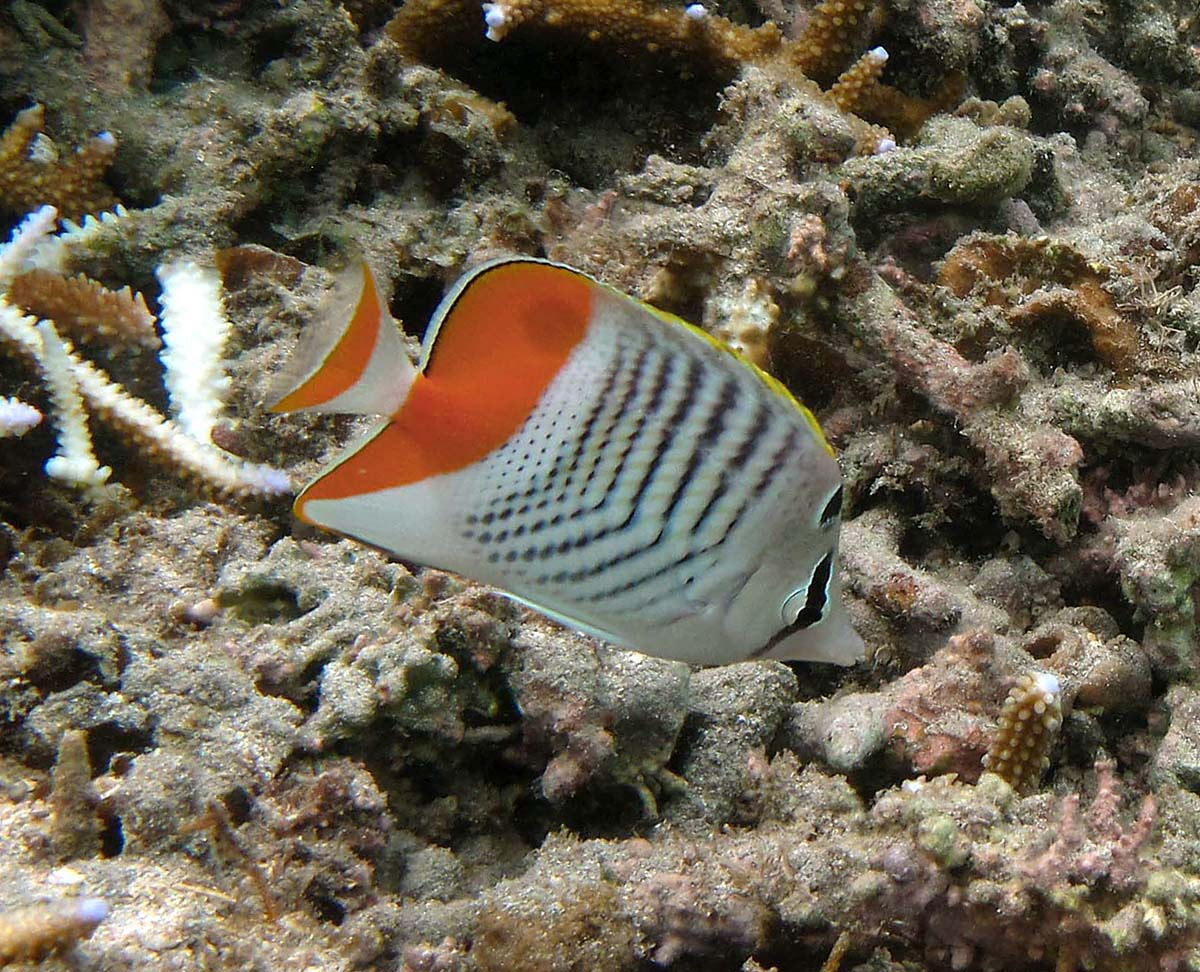
Un chétodon à damier (Chaetodon madagaskariensis)
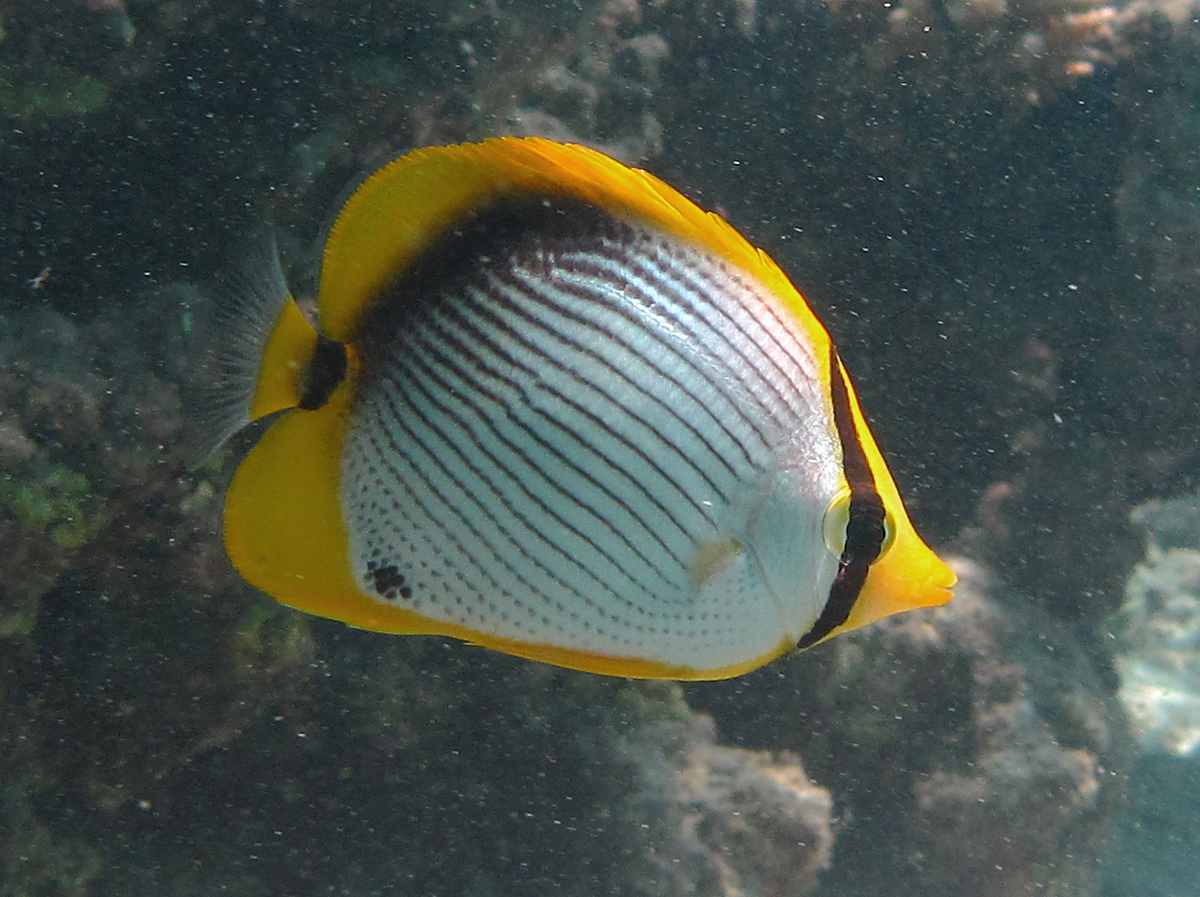
Un poisson-papillon à dos noir (Chaetodon melannotus)
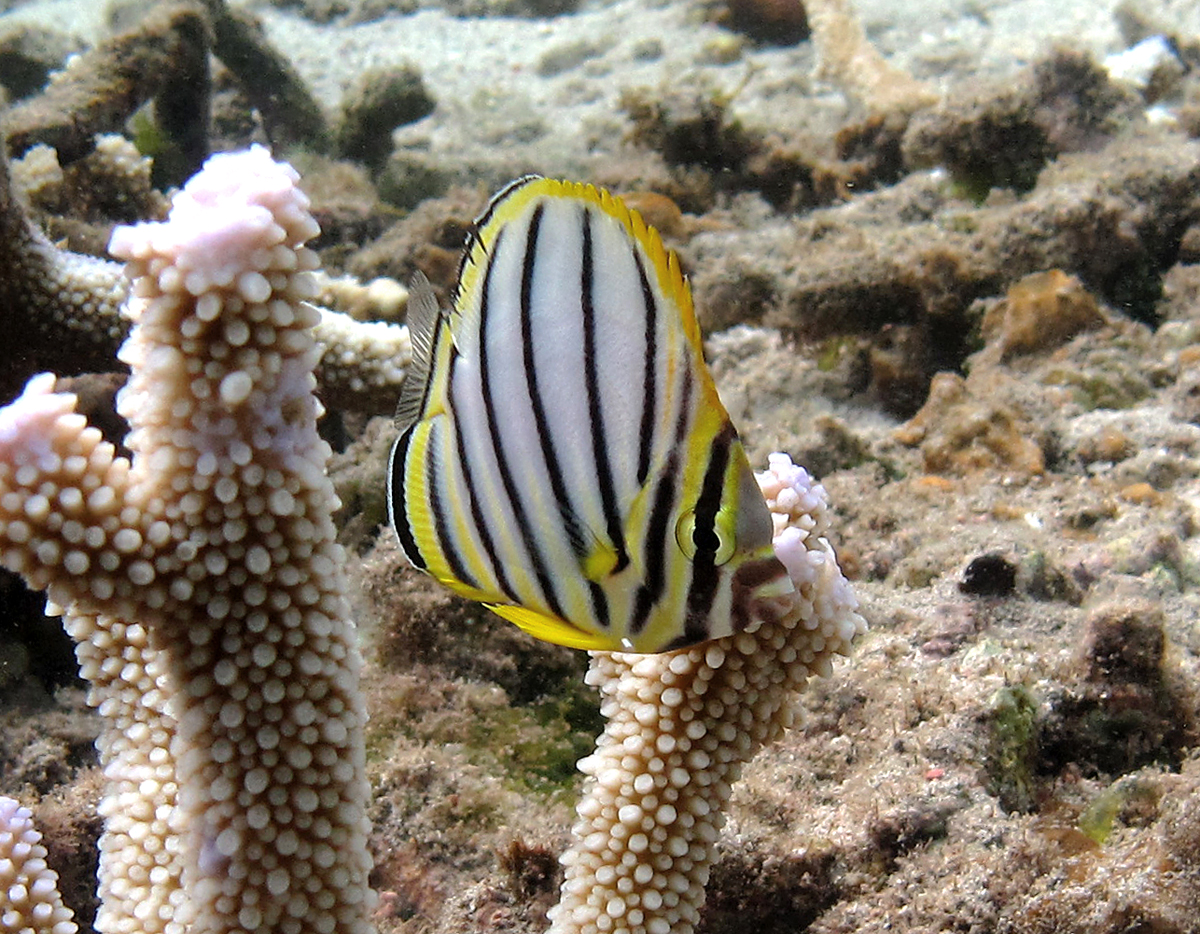
Un poisson-papillon de Meyer (Chaetodon meyeri)
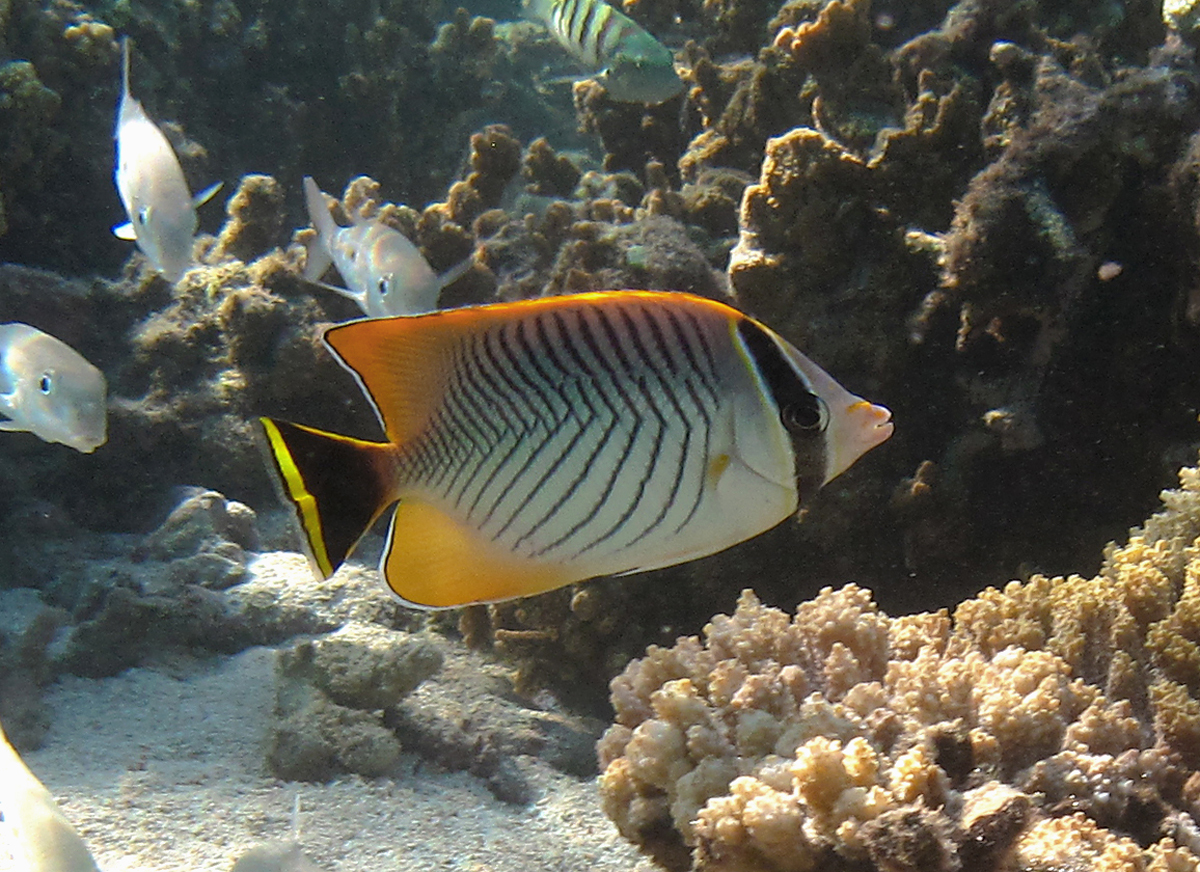
Un poisson-papillon à chevrons (Chaetodon trifascialis)
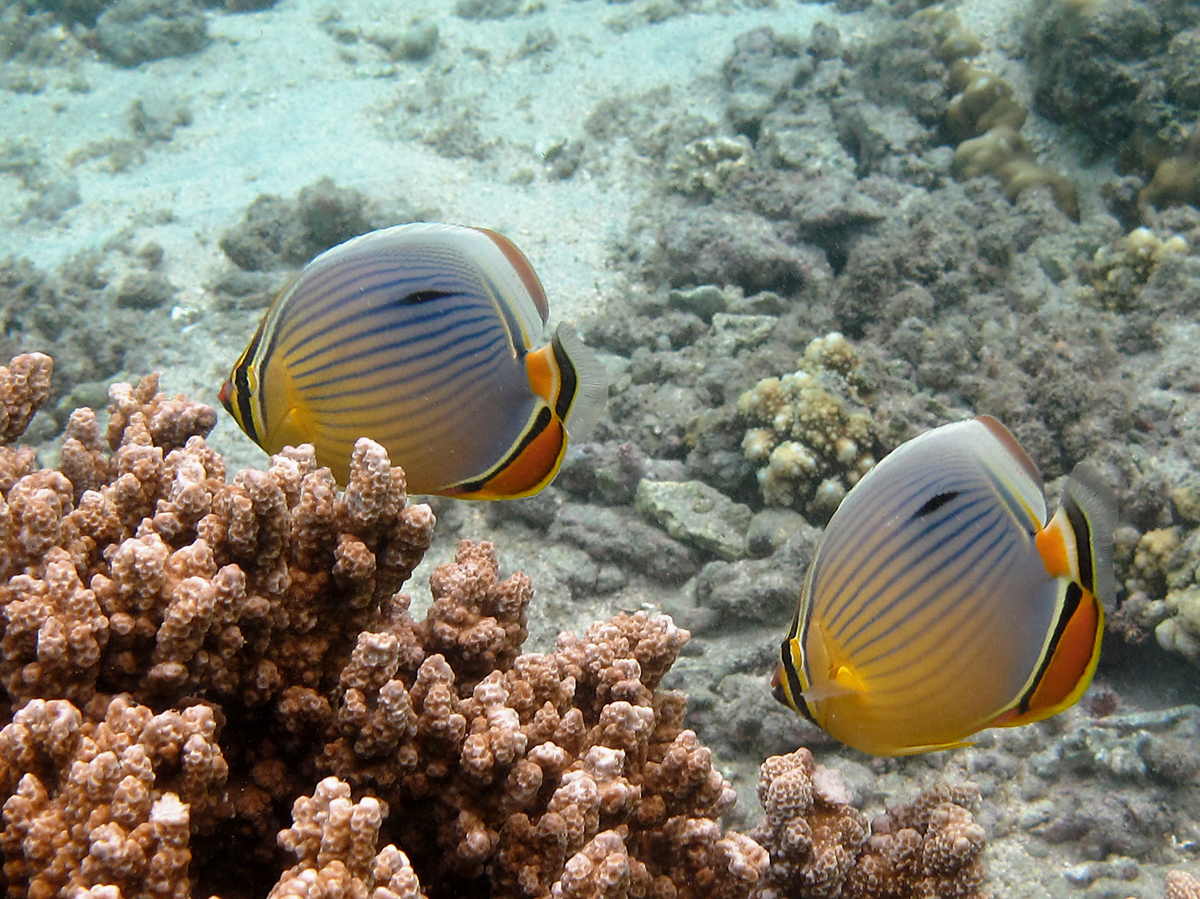
Deux poissons-papillon à trois bandes (Chaetodon trifasciatus)
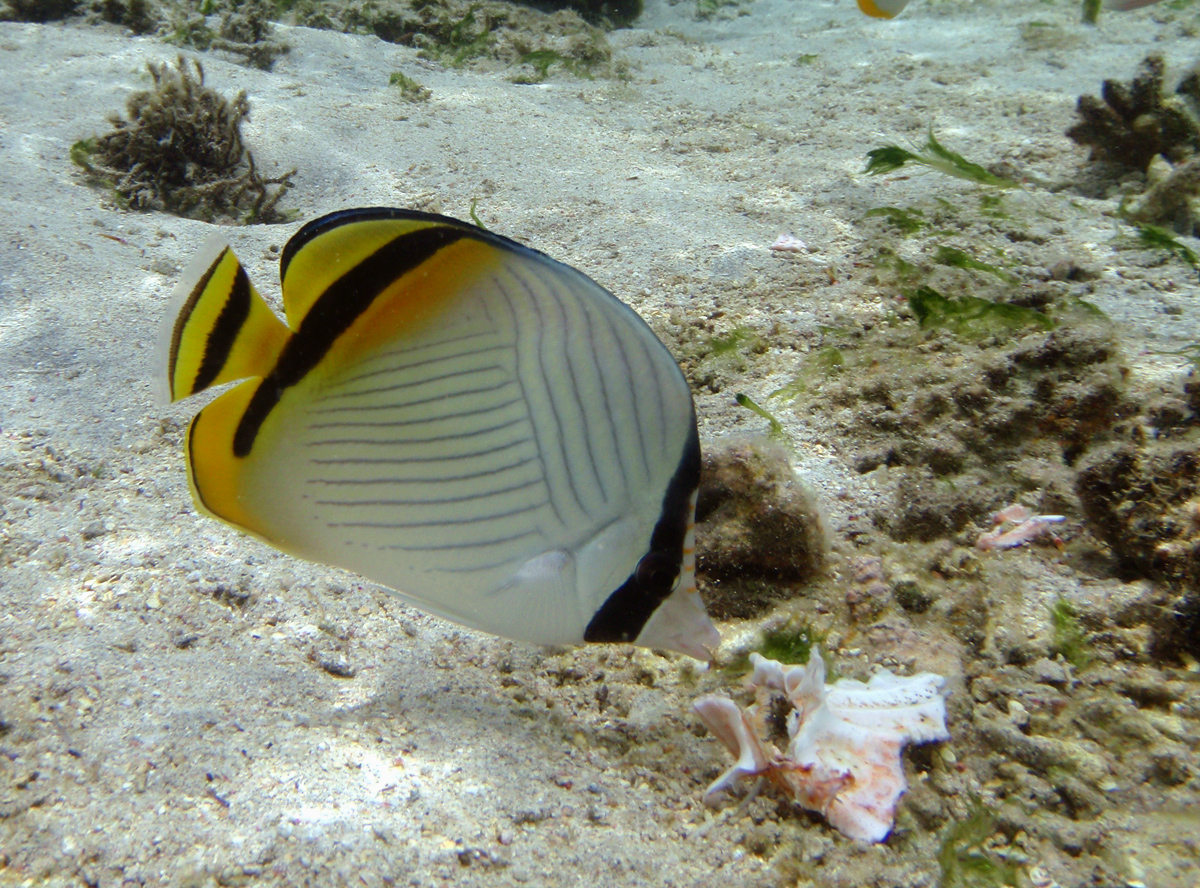
Un poisson-papillon vagabond (Chaetodon vagabundus)
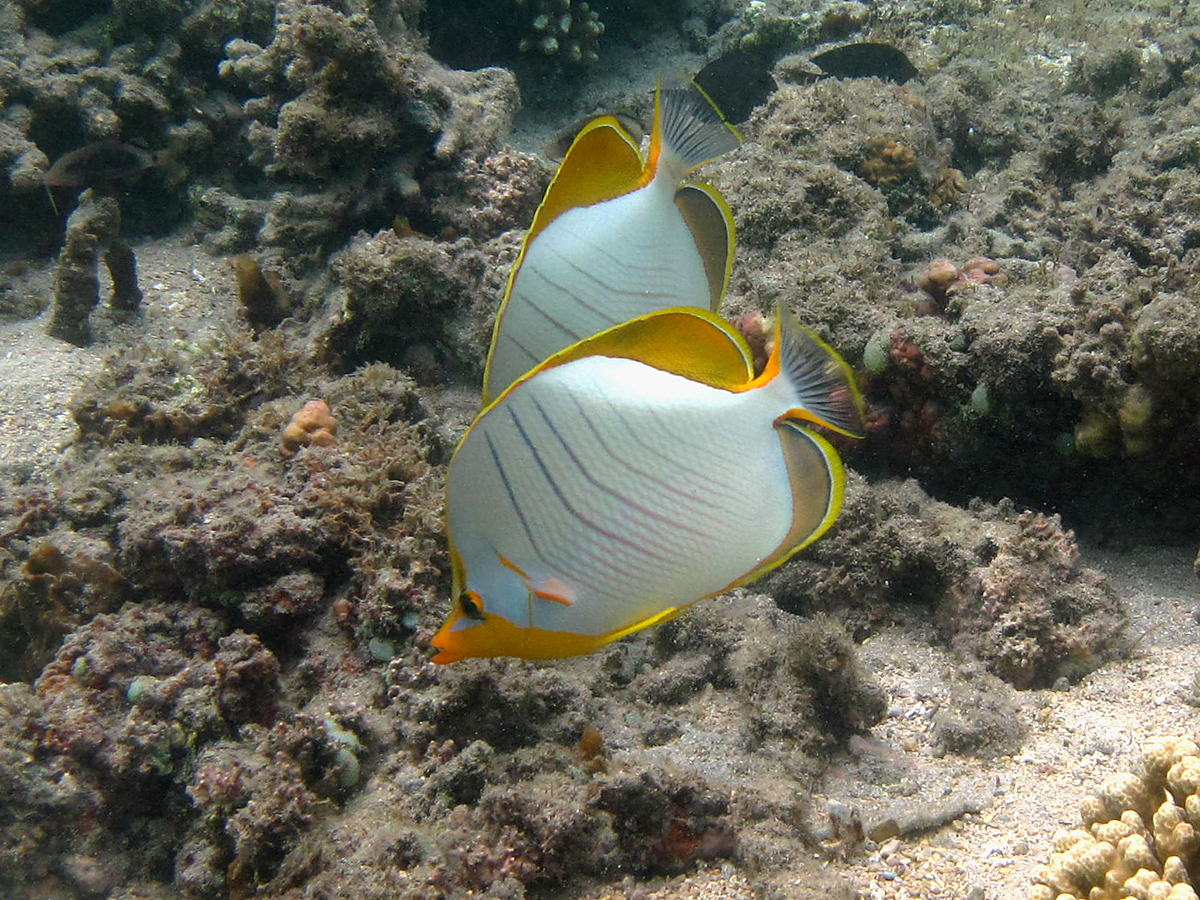
Un poisson-papillon à tête jaune (Chaetodon xanthocephalus)
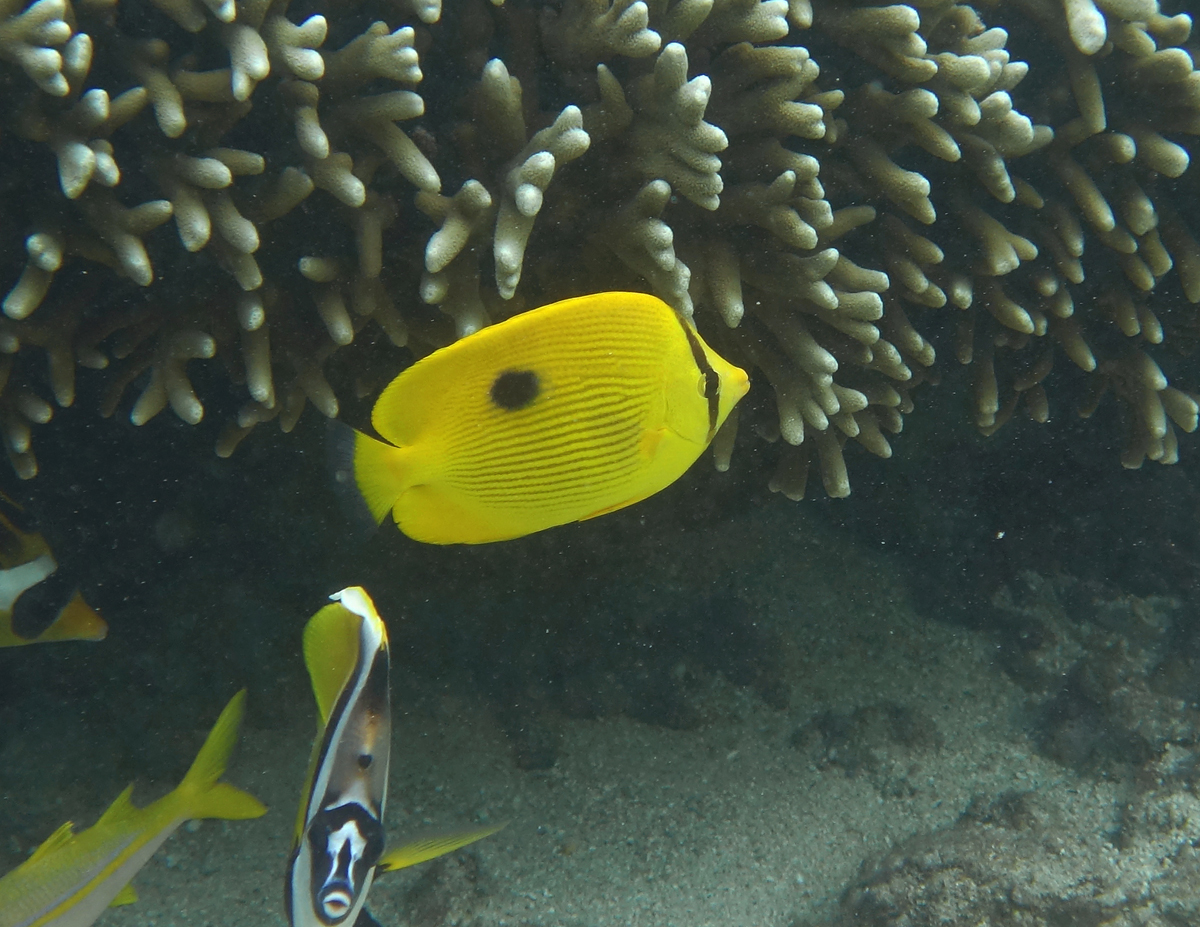
Un poisson-papillon de Zanzibar (Chaetodon zanzibarensis)
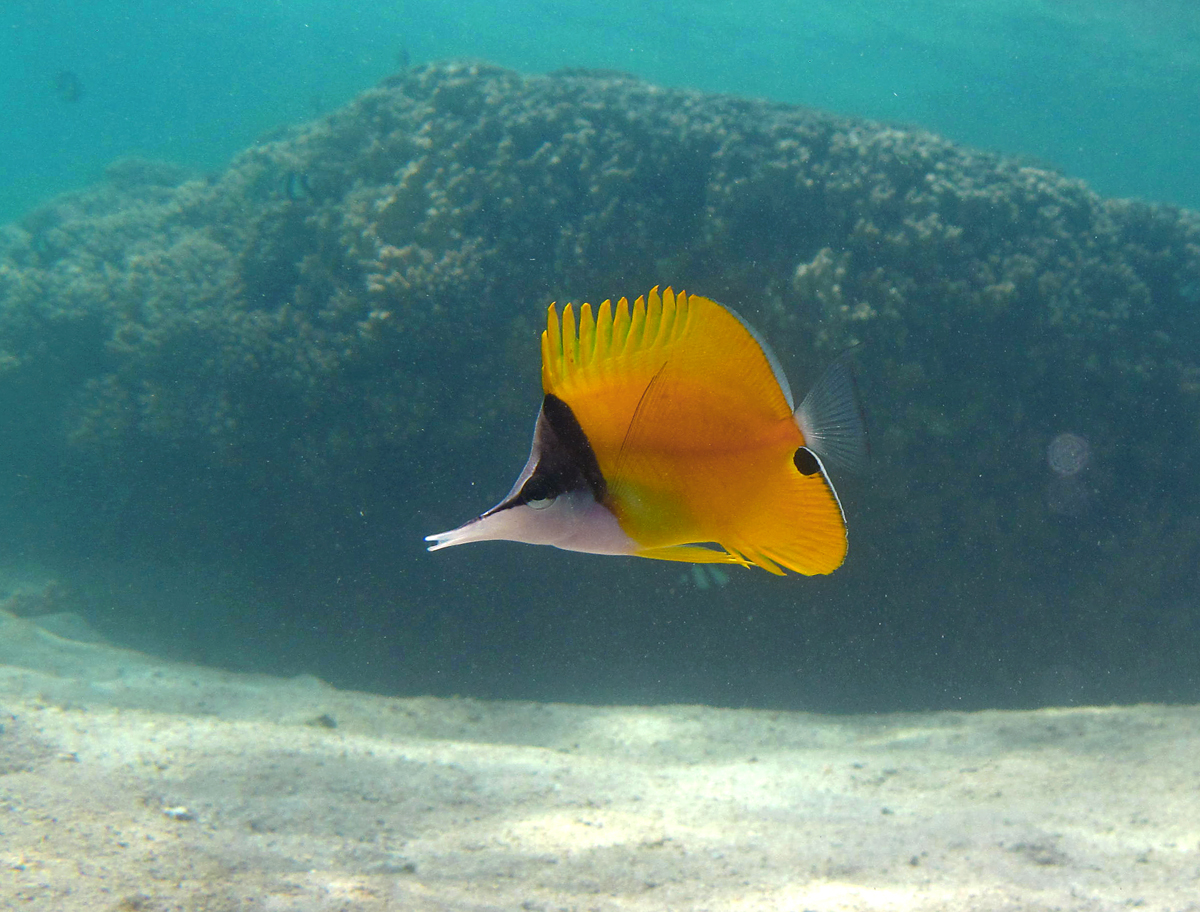
Un poisson-pincette jaune (Forcipiger flavissimus)
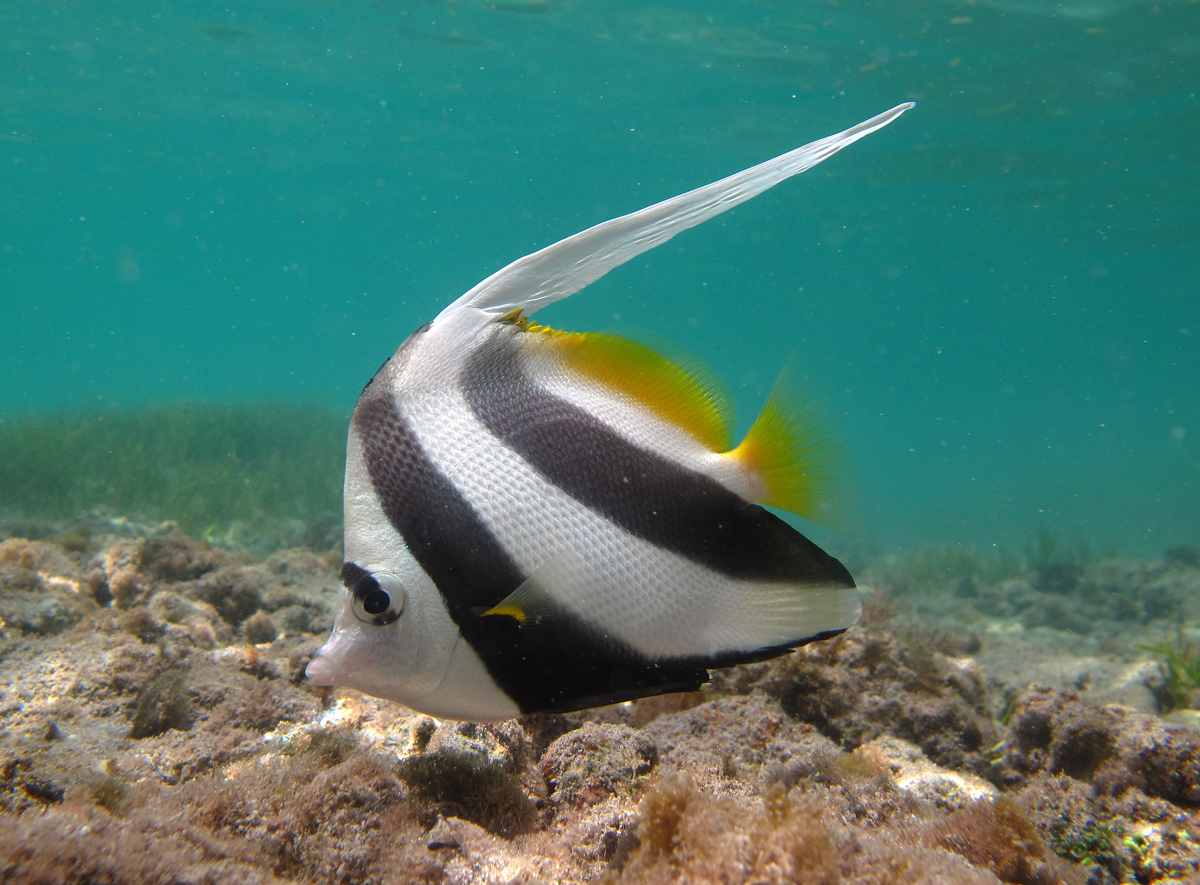
Un poisson cocher (Heniochus acuminatus)
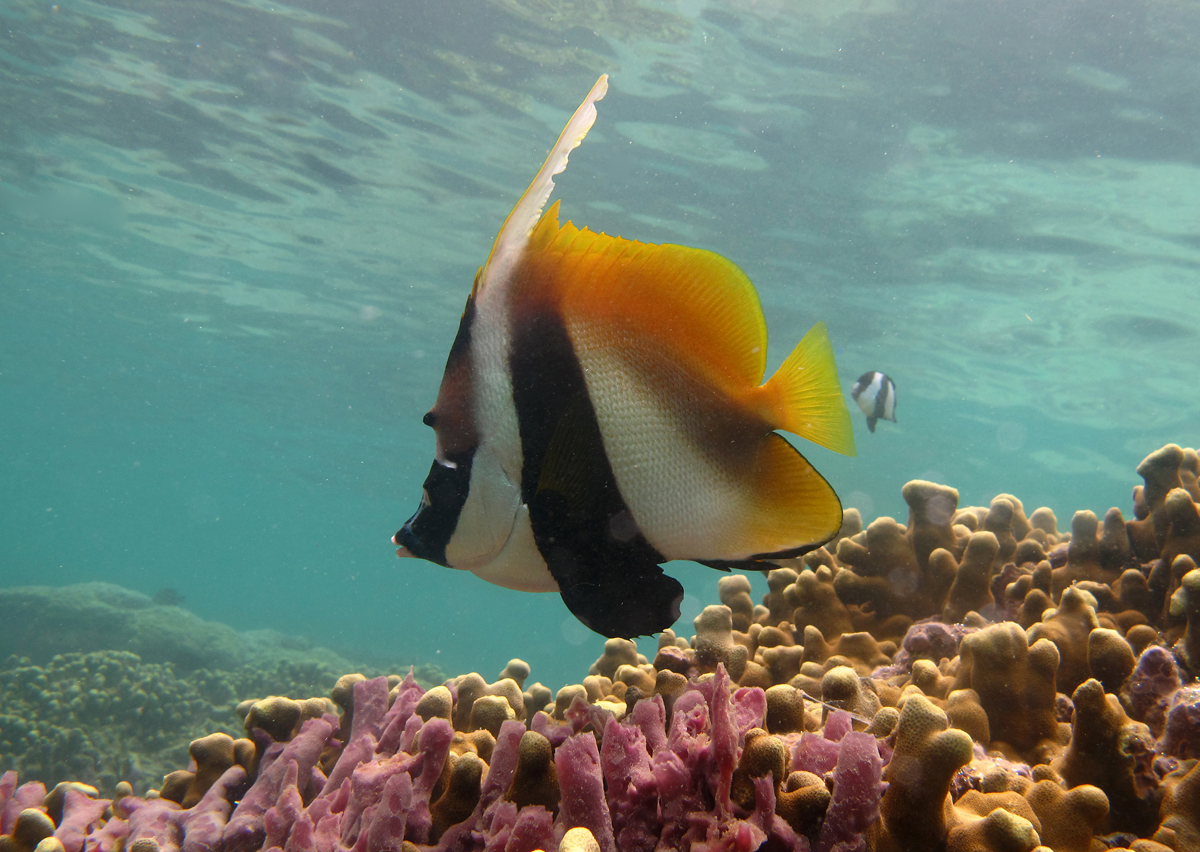
Un poisson-cocher masqué (Heniochus monoceros)

##### Poissons-anges
Les poissons-anges appartiennent à la famille des Pomacanthidae, qui contient 8 genres et 90 espèces. Ils ont un corps ovale et généralement de vives couleurs, et sont caractérisés par un long aiguillon situé à l’angle inférieur des opercules. Plusieurs espèces sont hermaphrodites protogynes et forment des harems. D’autres sont monogames ou forment des aires de parade en saison de reproduction. Les poissons-anges se nourrissent, selon les genres, d’algues, d’invertébrés sessiles ou de plancton. La livrée des juvéniles est souvent très différente de celle des adultes. 10 espèces de Pomacanthidae sont présentes à La Réunion. Contrairement aux poissons-papillons ce sont des poissons farouches.

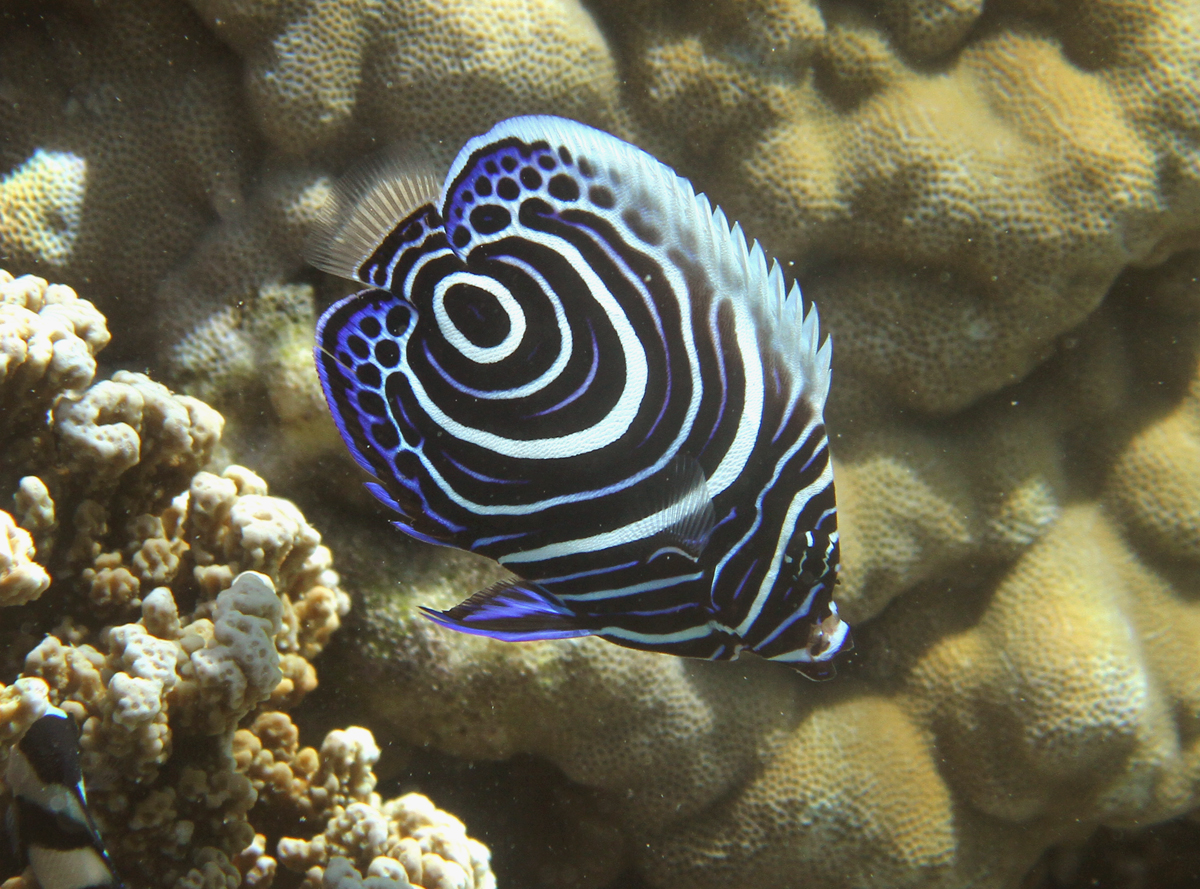
Un poisson-ange empereur (Pomacanthus imperator) juvénile
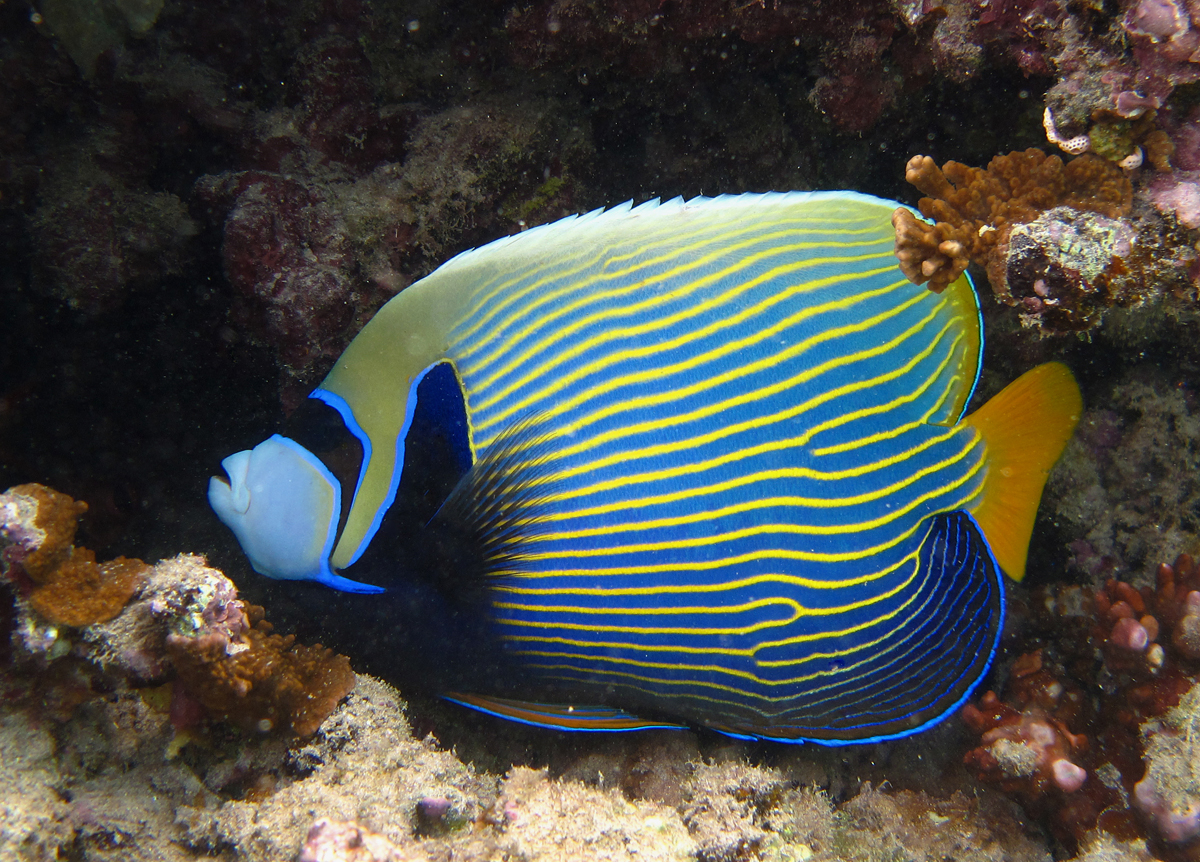
Un poisson-ange empereur (Pomacanthus imperator) adulte
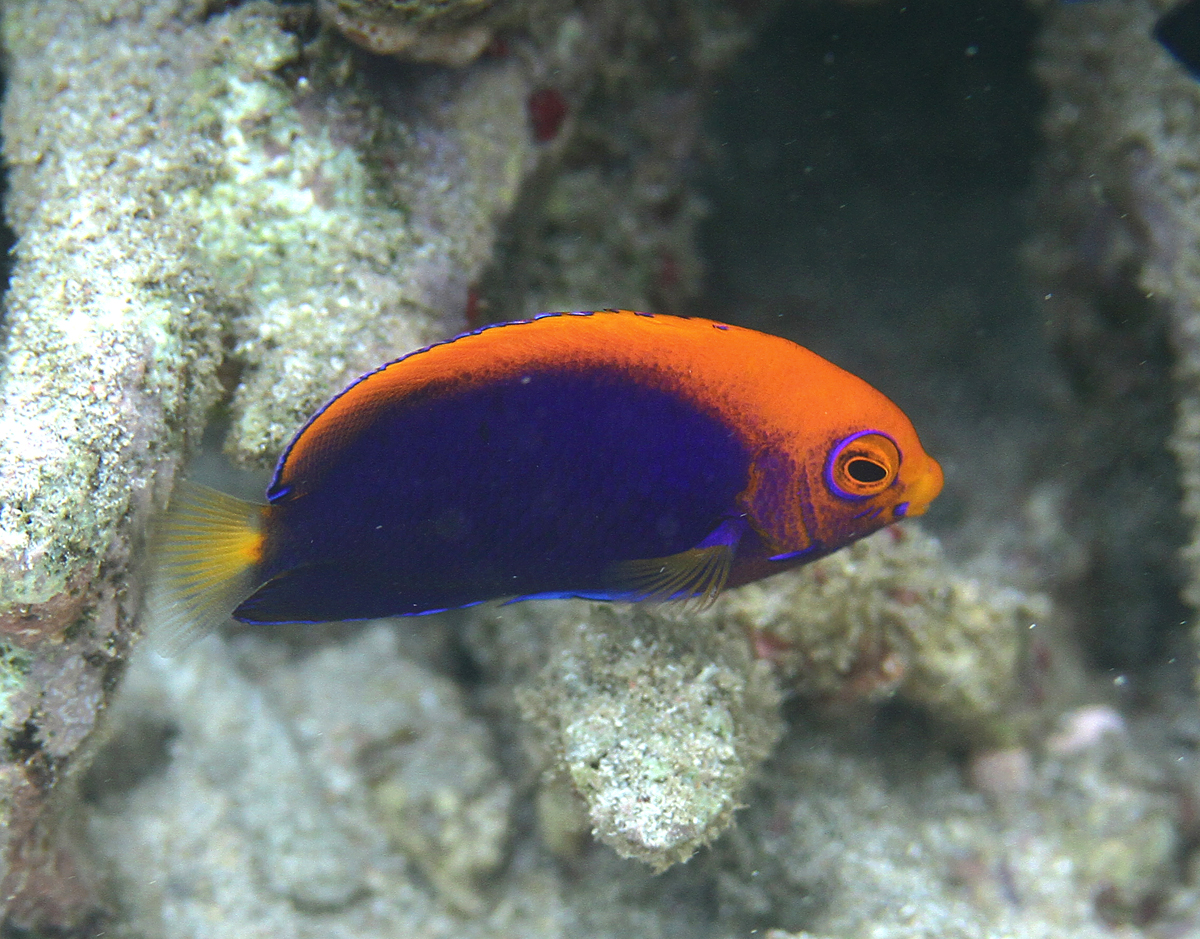
Un poisson-ange africain (Centropyge acanthops)
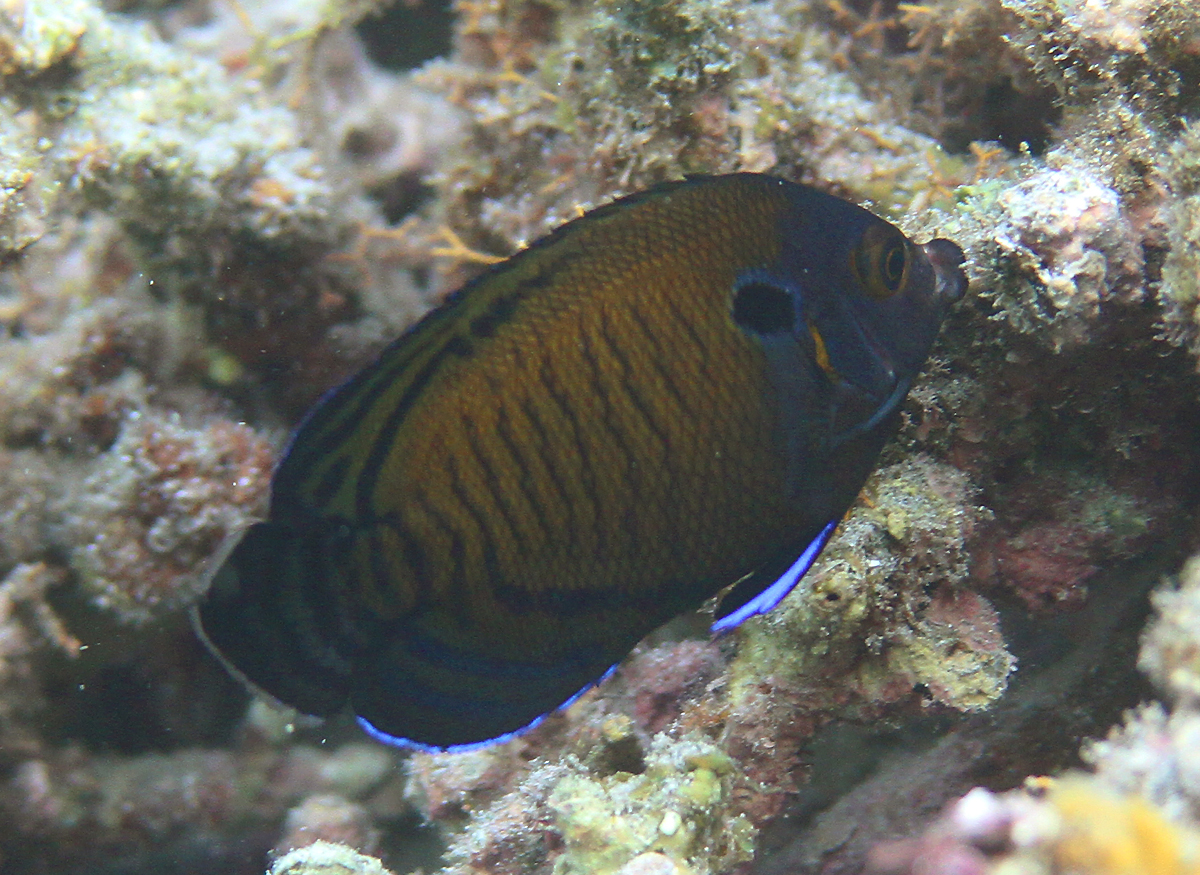
Un poisson-ange brun (Centropyge multispinis)

##### Poissons-éperviers
Les poissons-éperviers (ou poissons-faucons) appartiennent à la famille des Cirrhitidae, qui comprend 13 genres et 40 espèces. Ils doivent leurs noms vernaculaires à leur technique de chasse, à l’affût sur une branche de corail. Ils sont caractérisés par les touffes de cirrhes qui se trouvent au sommet des rayons durs de leur nageoire dorsale. Les poissons-éperviers sont hermaphrodites protogynes et peuvent être monogames et territoriaux, ou former des harems. Tous sont carnivores et se nourrissent de petits poissons et de crustacés. 10 espèces de Cirrhitidae sont pour le moment recensées à La Réunion.

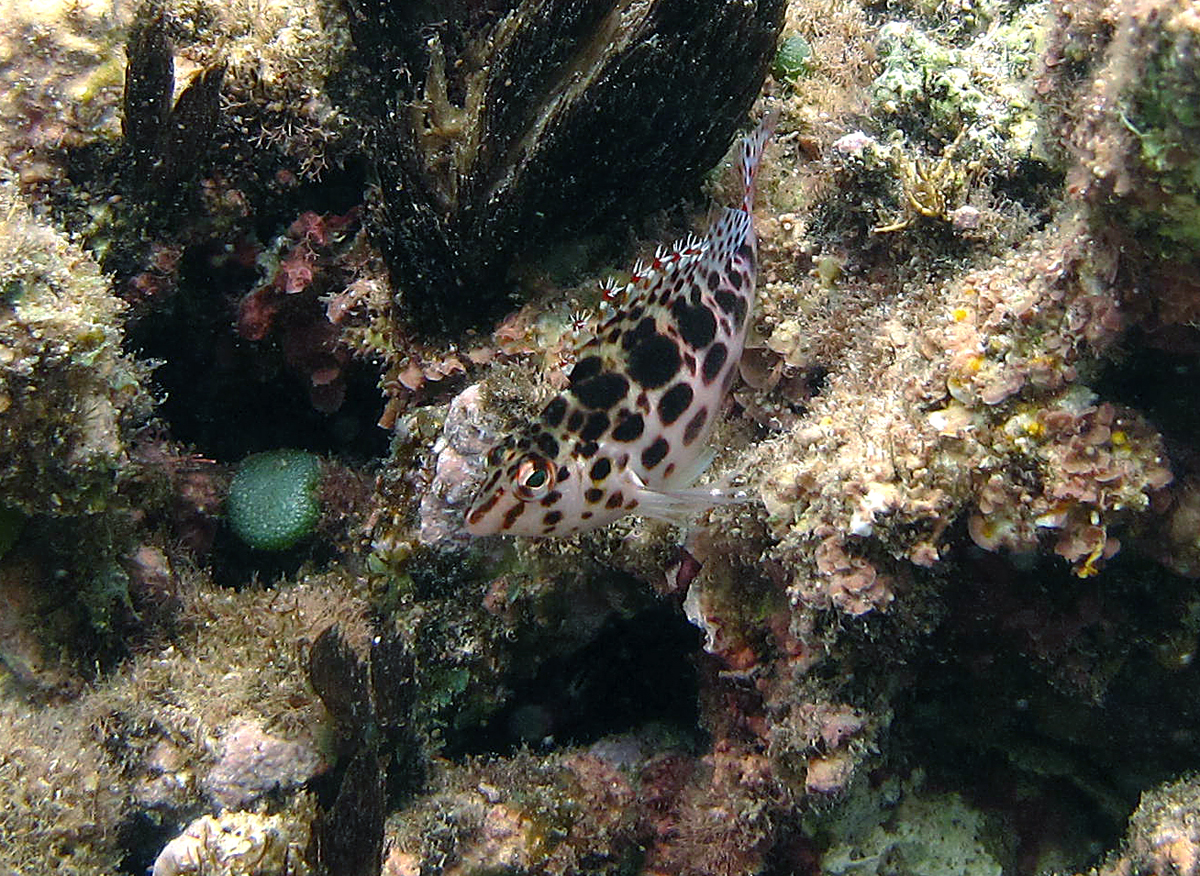
Un épervier lutin (Cirrhitichthys oxycephalus)
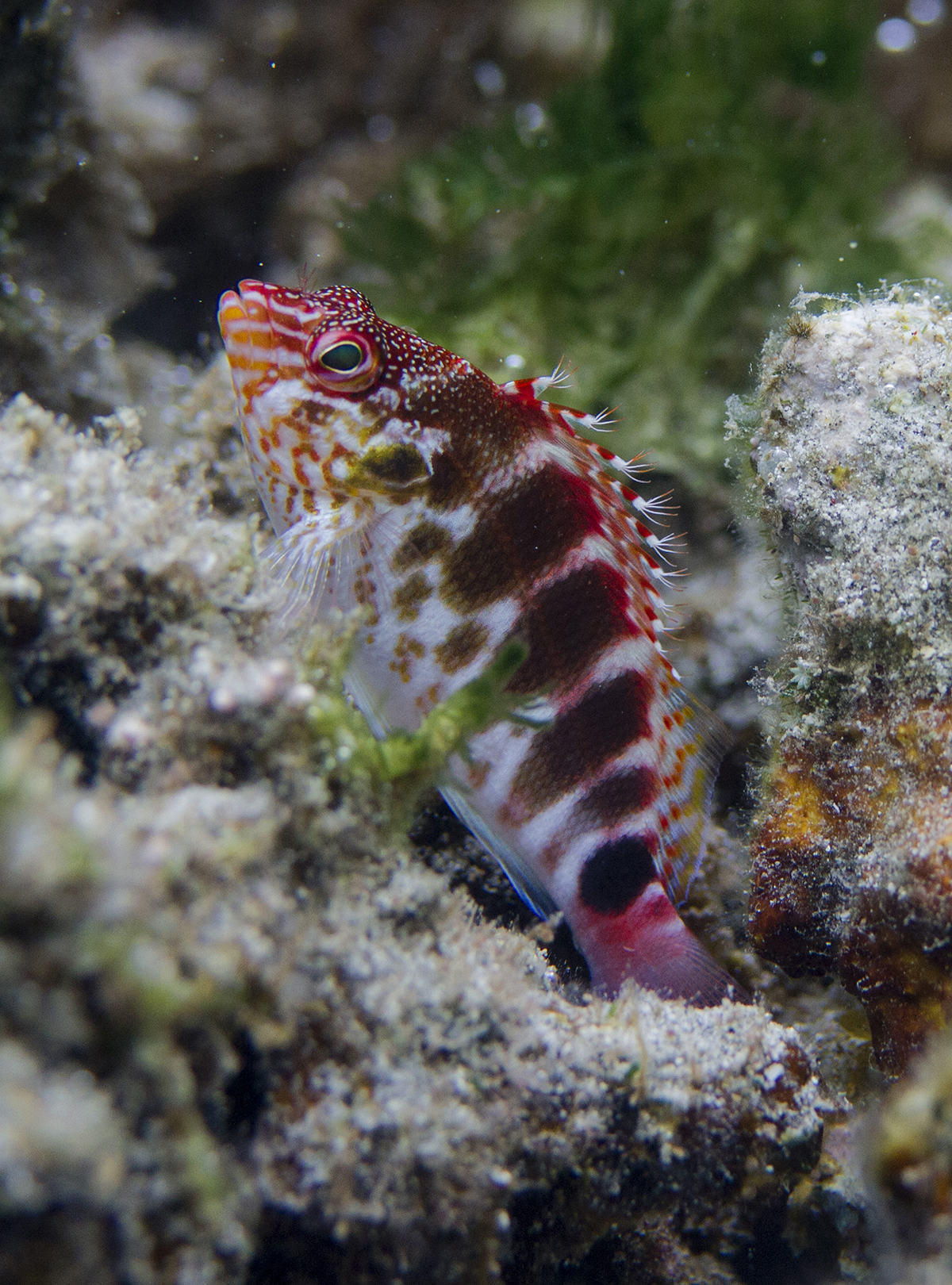
Cirrhitops mascarenensis
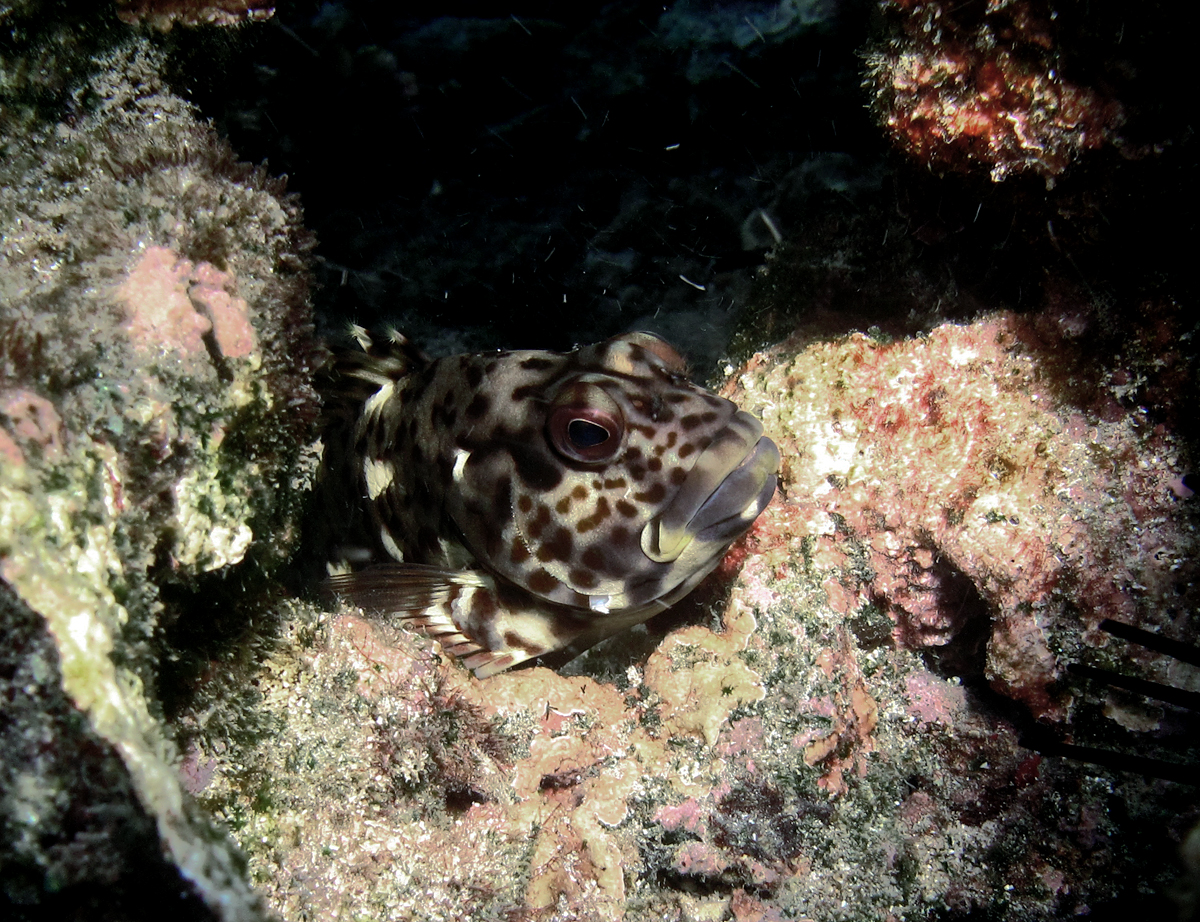
Un épervier de corail (Cirrhitus pinnulatus)
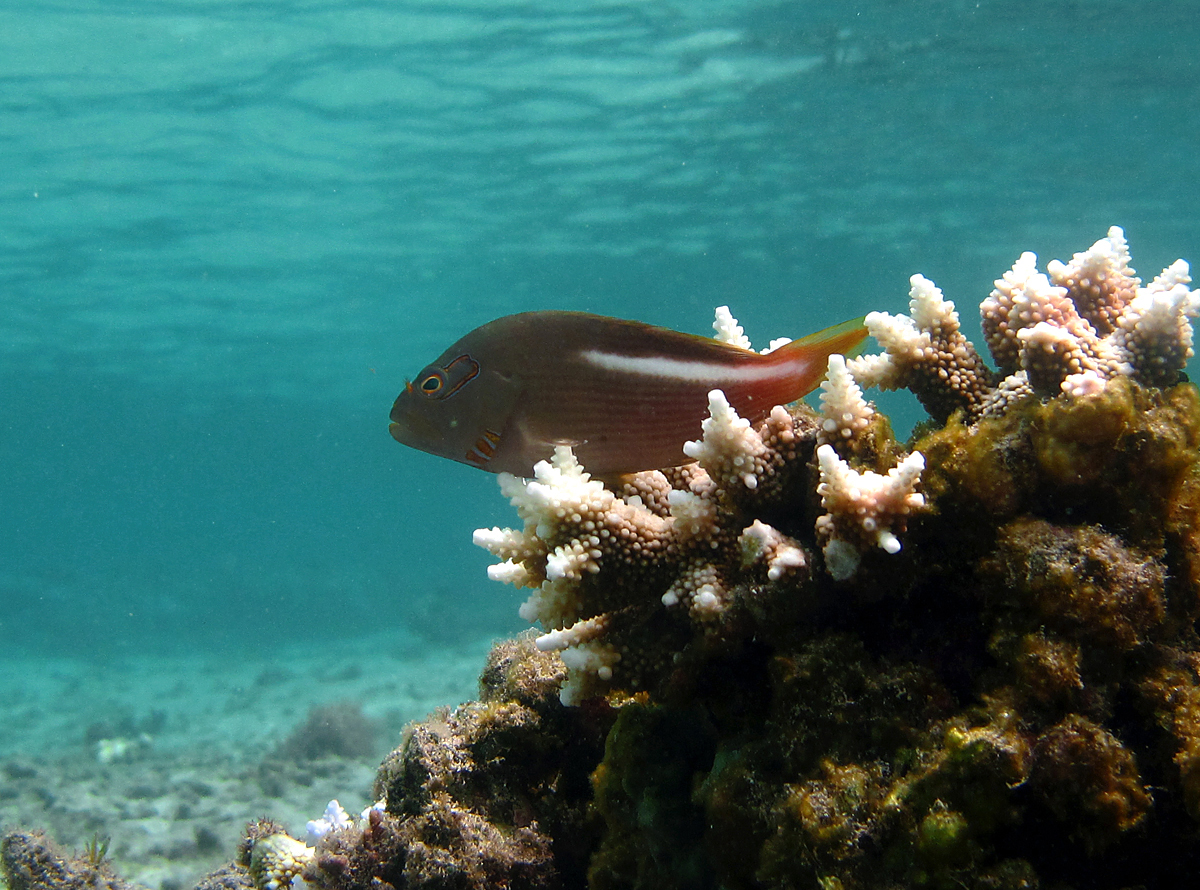
Un épervier strié (Paracirrhites arcatus)
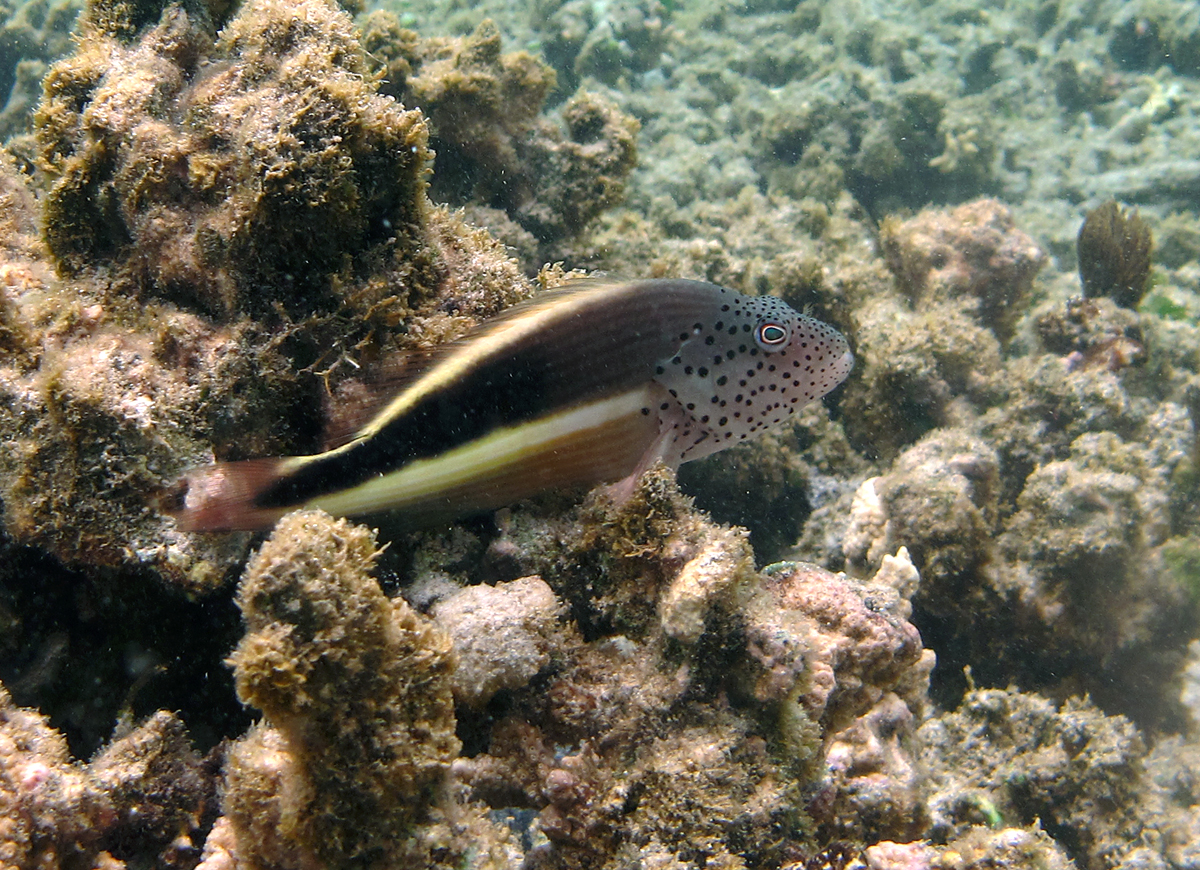
Un poisson-faucon de Forster (Paracirrhites forsteri)

##### Poissons-demoiselles
Les poissons-demoiselles sont regroupés dans la famille des Pomacentridae, qui comprend 29 genres et 387 espèces. Ils sont caractérisés par une petite bouche et une ligne latérale incomplète et interrompue. Les stratégies de reproduction sont très variables : polygamie mâle ou femelle, monogamie et partenariat multiple pour chaque sexe. Ces espèces pondent dans des nids situés sur un substrat quelconque, le mâle s’occupant des œufs en les défendant et en les ventilant jusqu’à éclosion. Les Pomacentridae incluent la sous-famille des Amphiprioninae, dits « poissons-clowns », qui vivent en symbiose avec des espèces d’anémones, parfois une seule, et sont hermaphrodites protandres (tous les individus naissent mâles et le plus âgé d’entre eux changera de sexe à la disparition de la femelle dominante). Les poissons-demoiselles peuvent être herbivores, omnivores ou planctonivores, les espèces territoriales sont très agressives. 46 espèces de Pomacentridae ont été recensées à La Réunion.

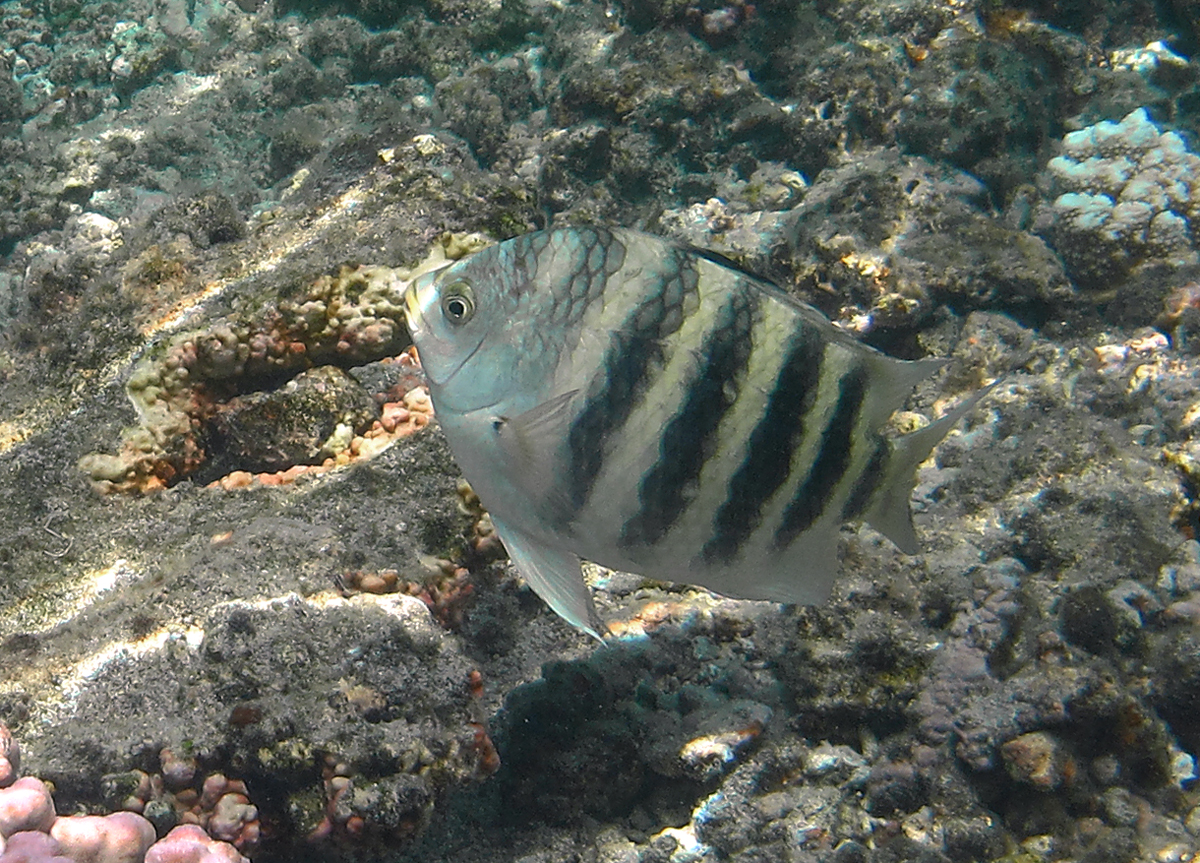
Un sergent-major à sept bandes (Abudefduf septemfasciatus)
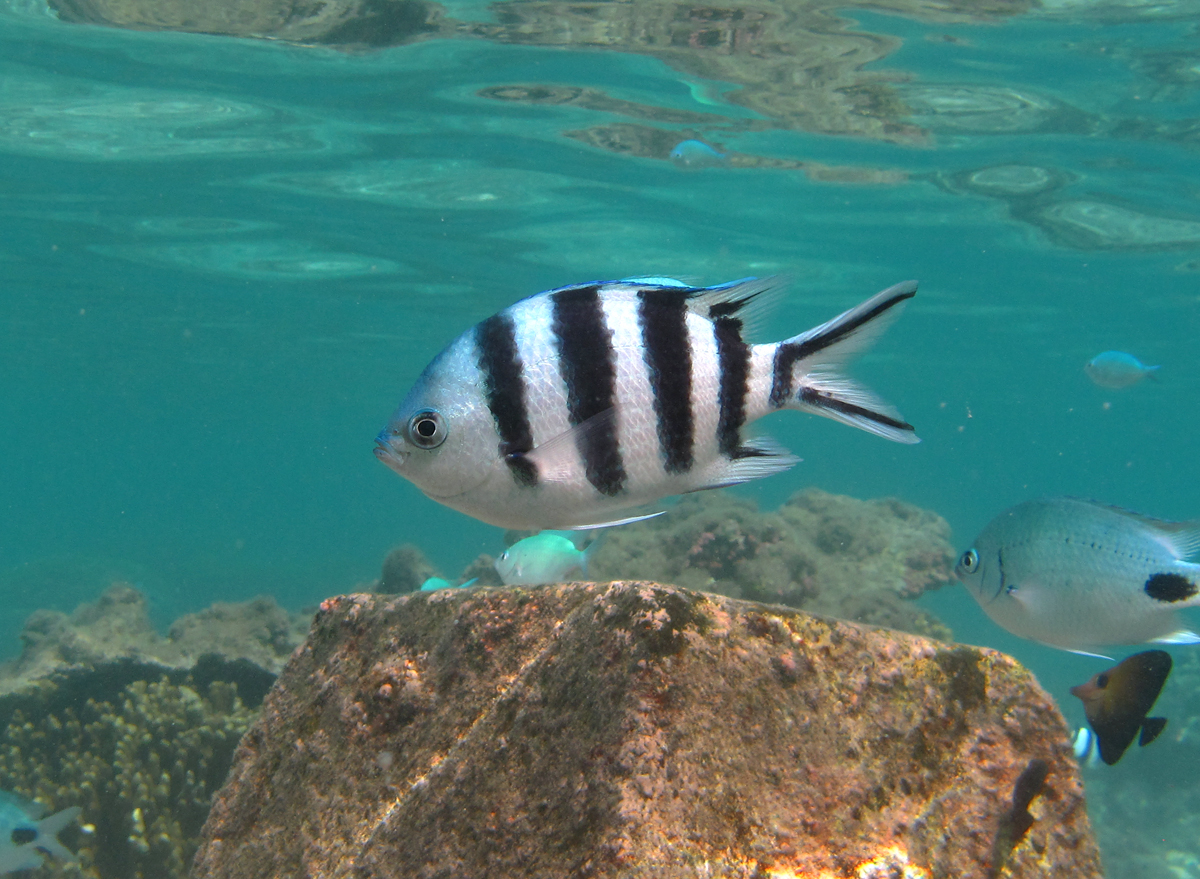
Un sergent-major à queue en ciseaux (Abudefduf sexfasciatus)
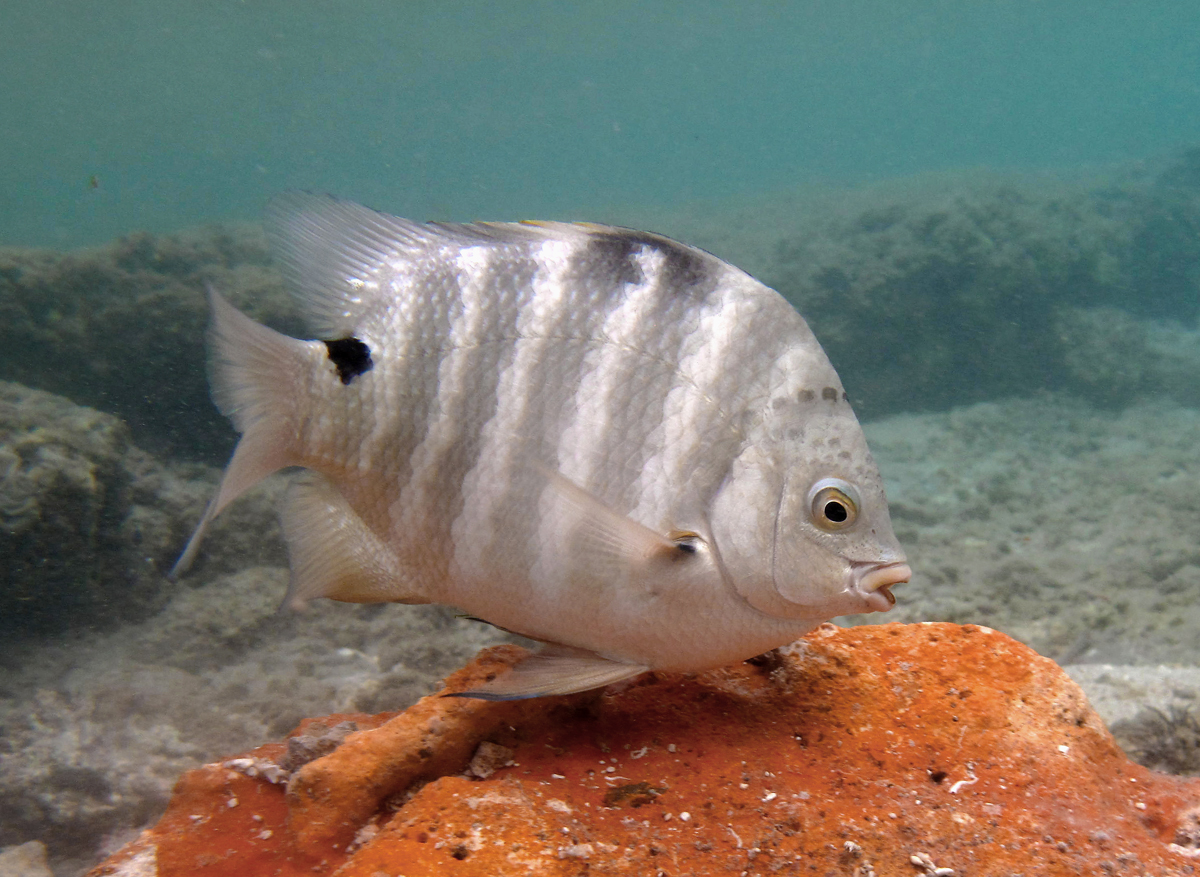
Un sergent-major à tache noire (Abudefduf sordidus)
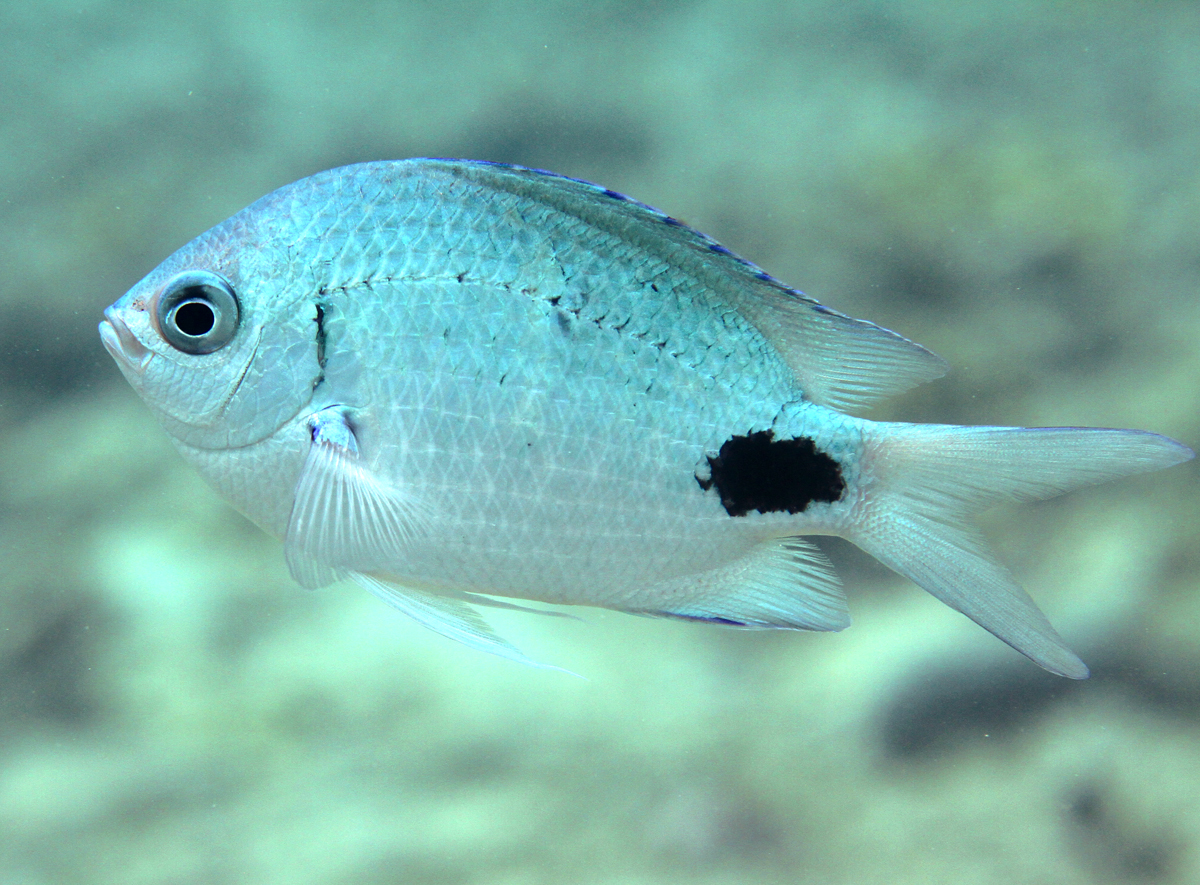
Un sergent-major à tache ovale (Abudefduf sparoides)
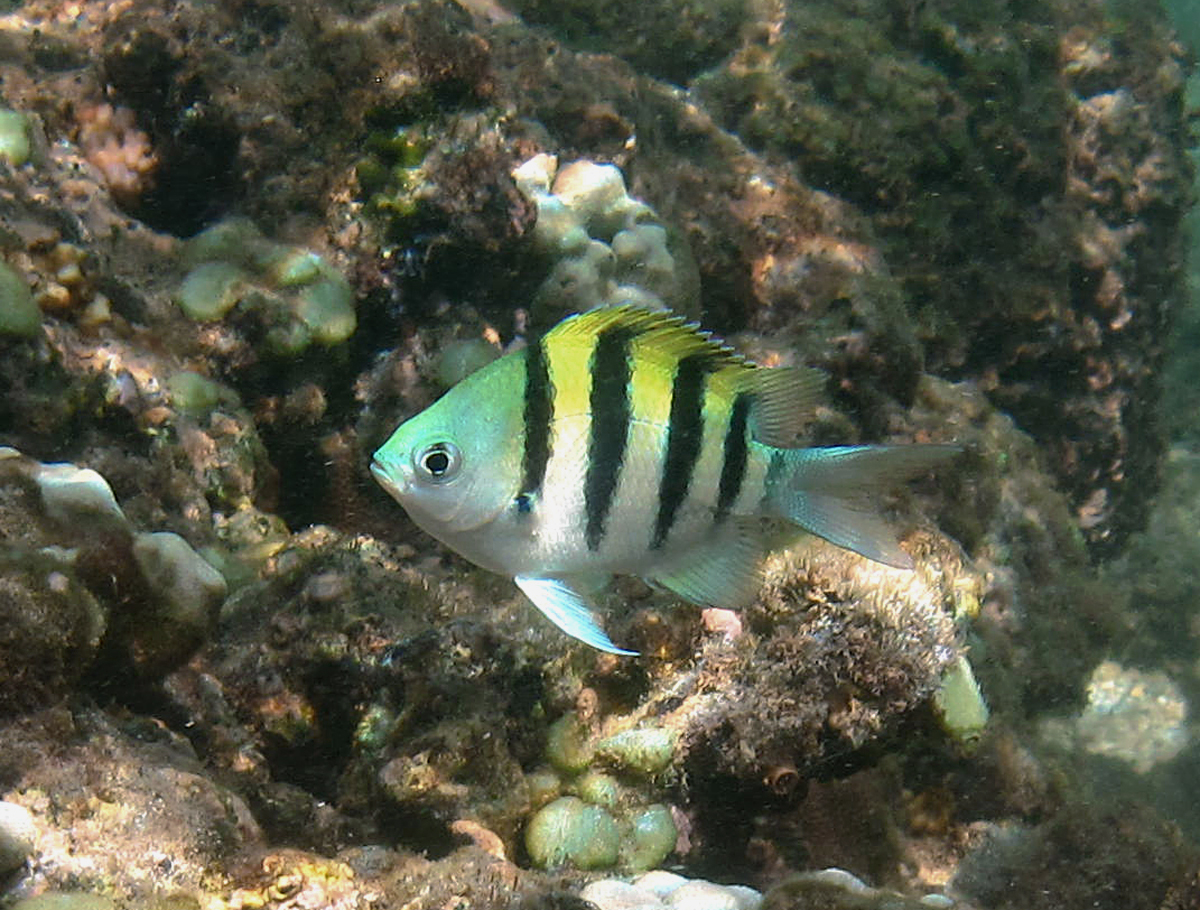
Un poisson-bagnard (Abudefduf vaigiensis)
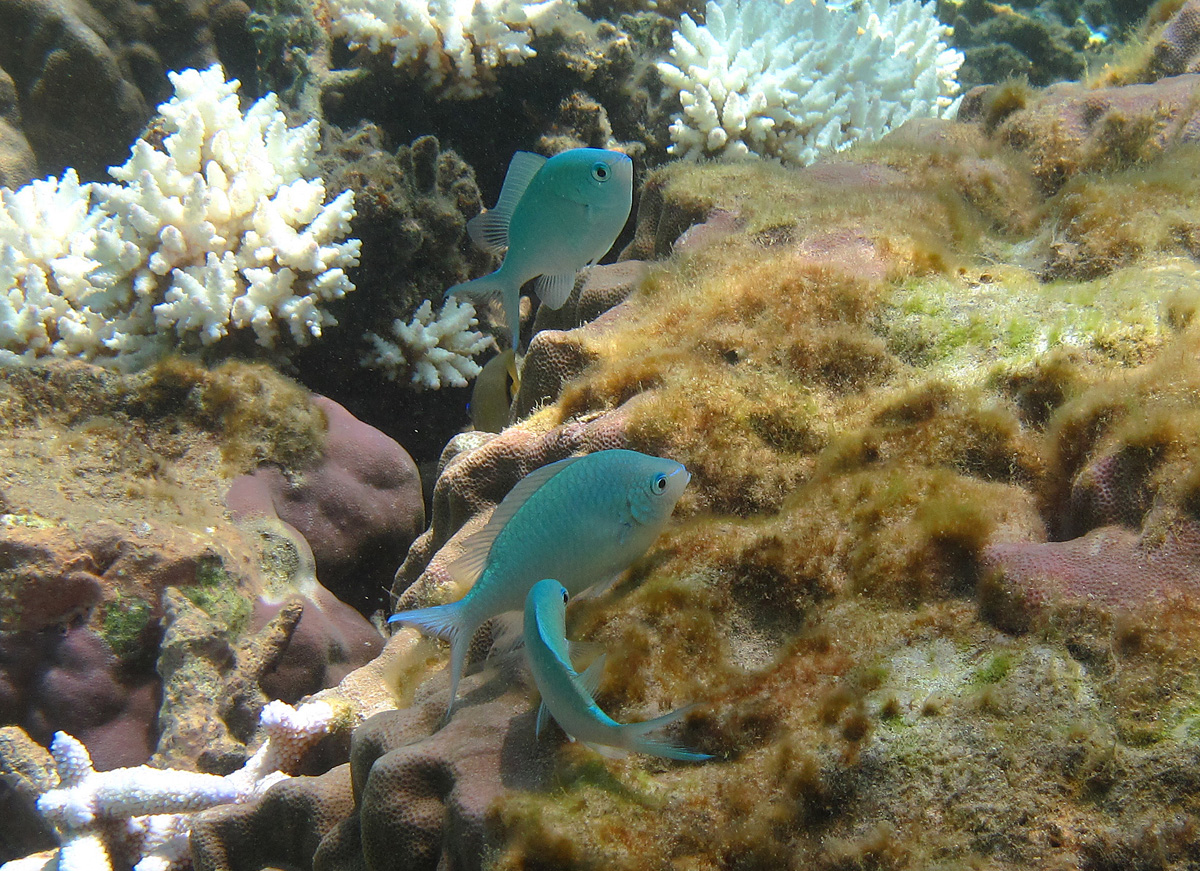
Des demoiselles bleu-vert (Chromis viridis)
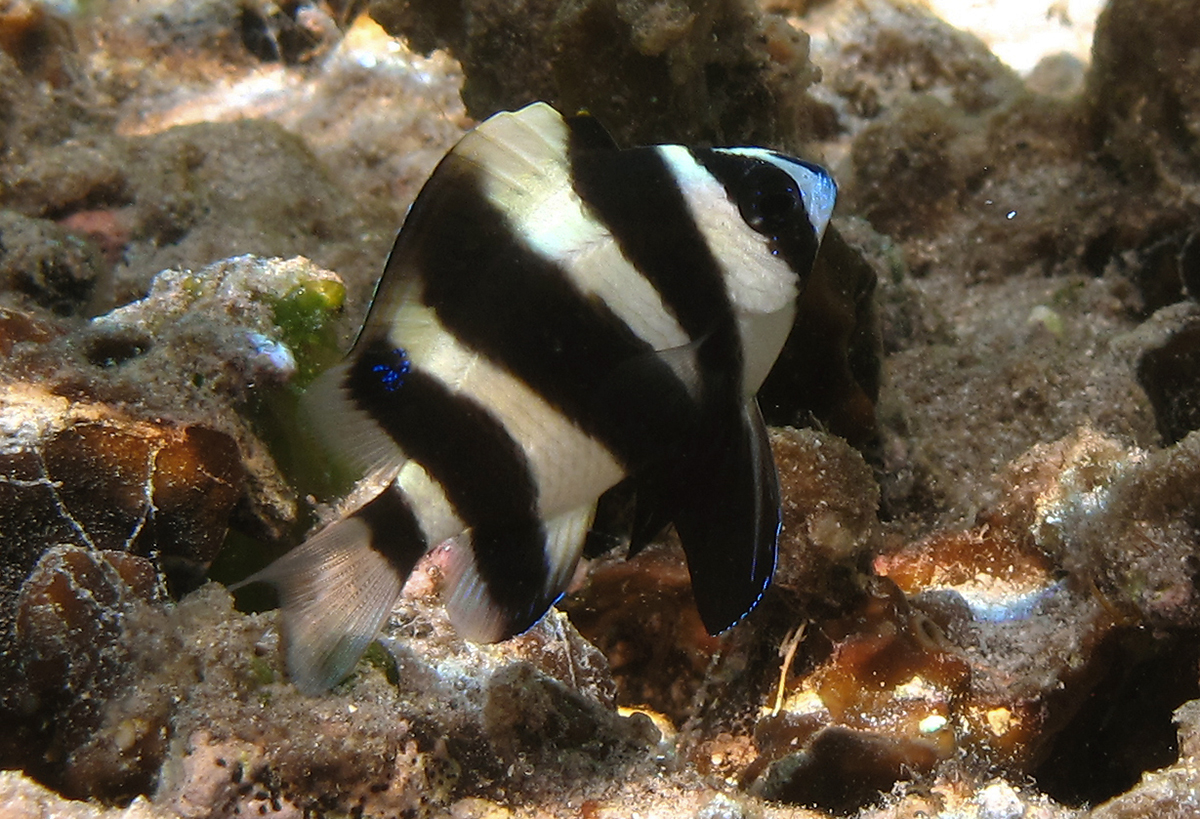
Une demoiselle footballeur (Chrysiptera annulata)
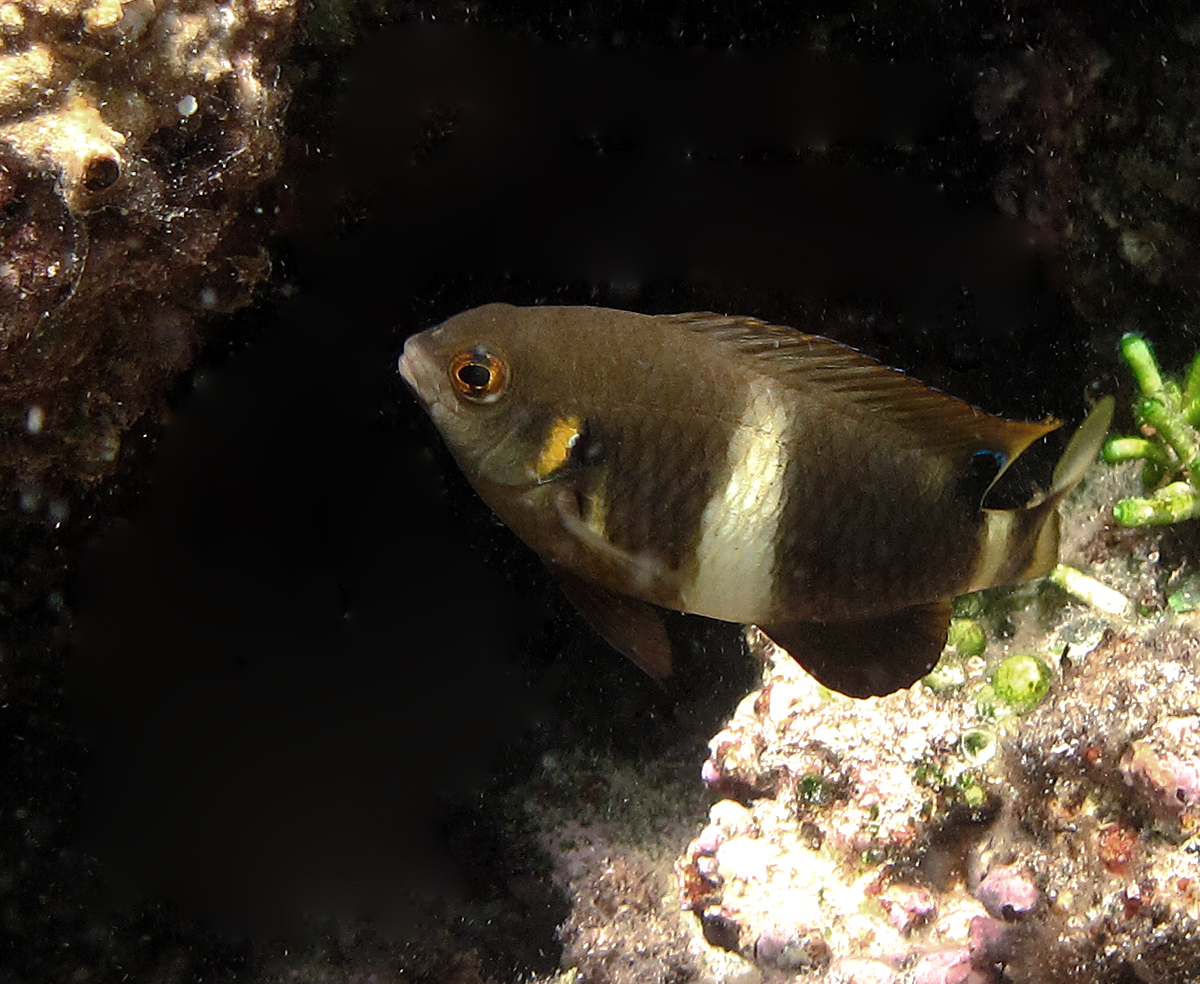
Une demoiselle de Brownrigg (Chrysiptera brownriggii, phase « amabilis »)
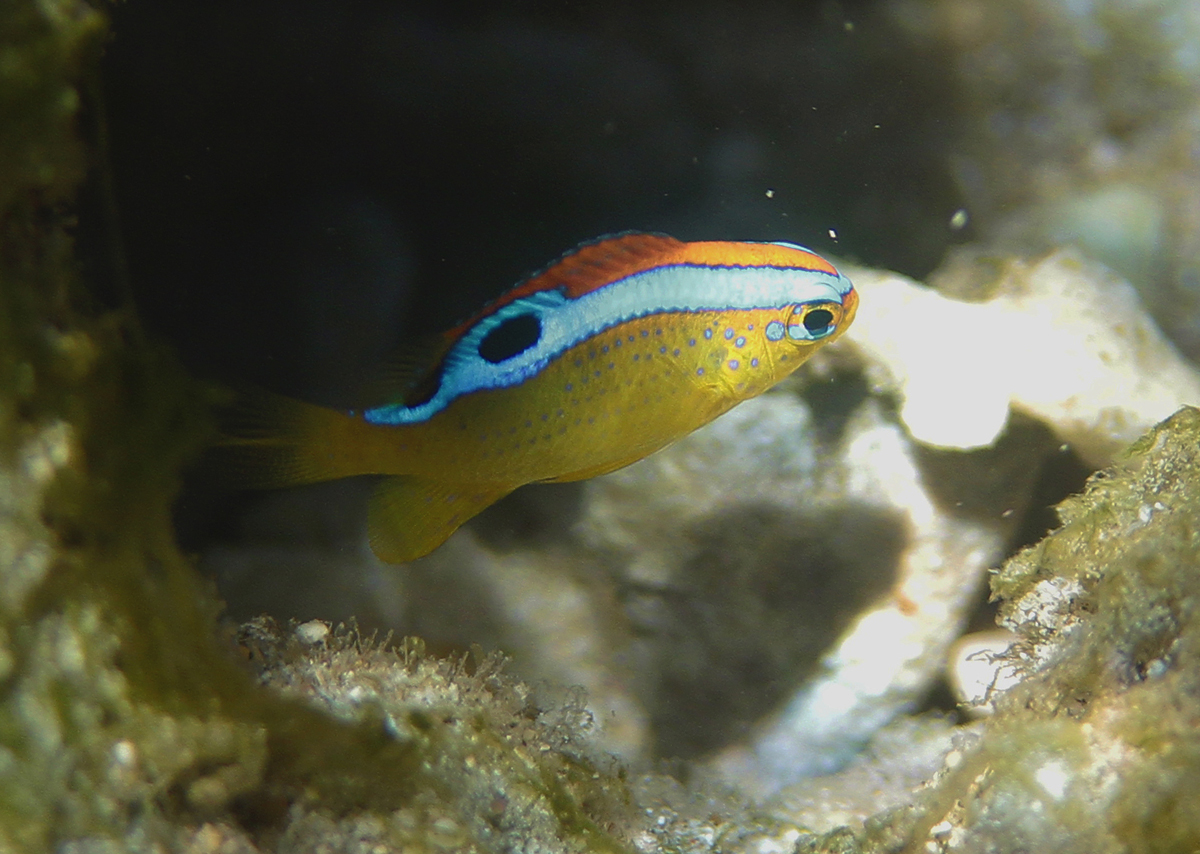
Une demoiselle de Brownrigg (Chrysiptera brownriggii, phase « leucopoma »)
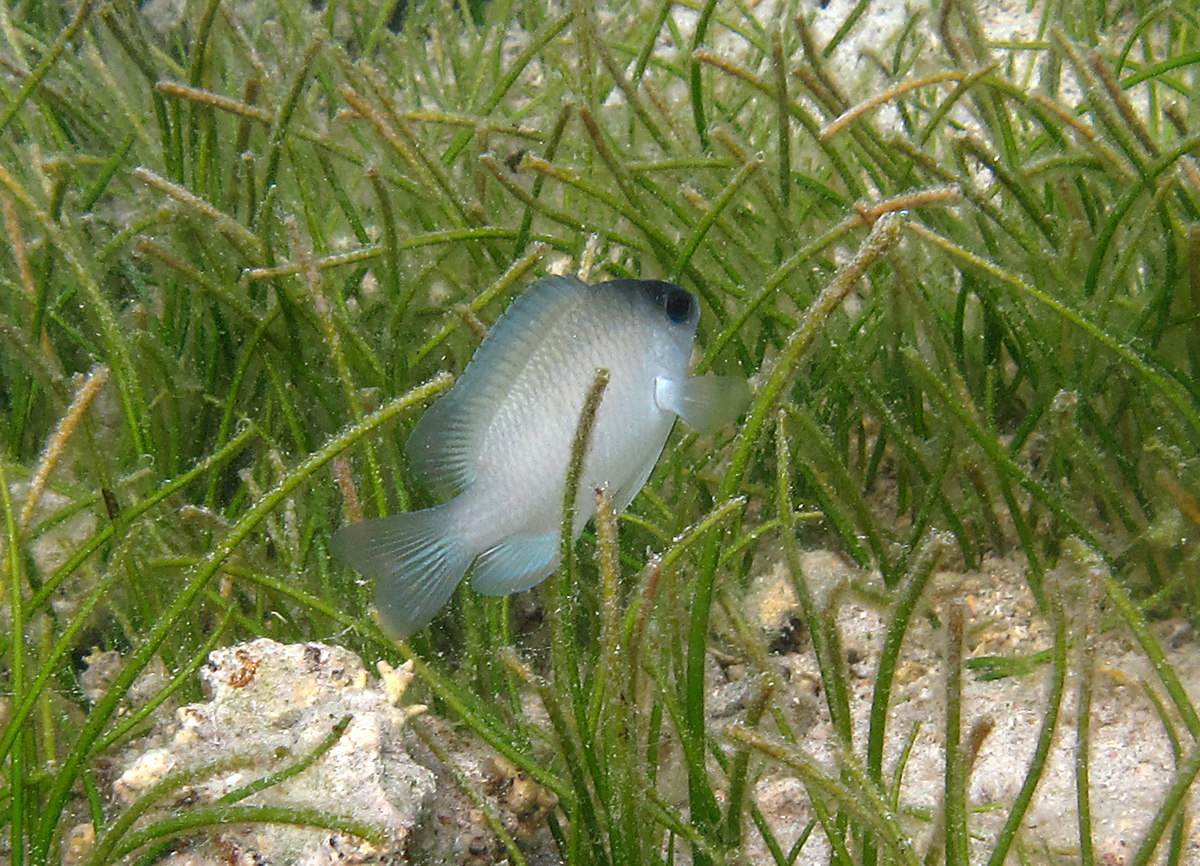
Une demoiselle grise (Chrysiptera glauca)
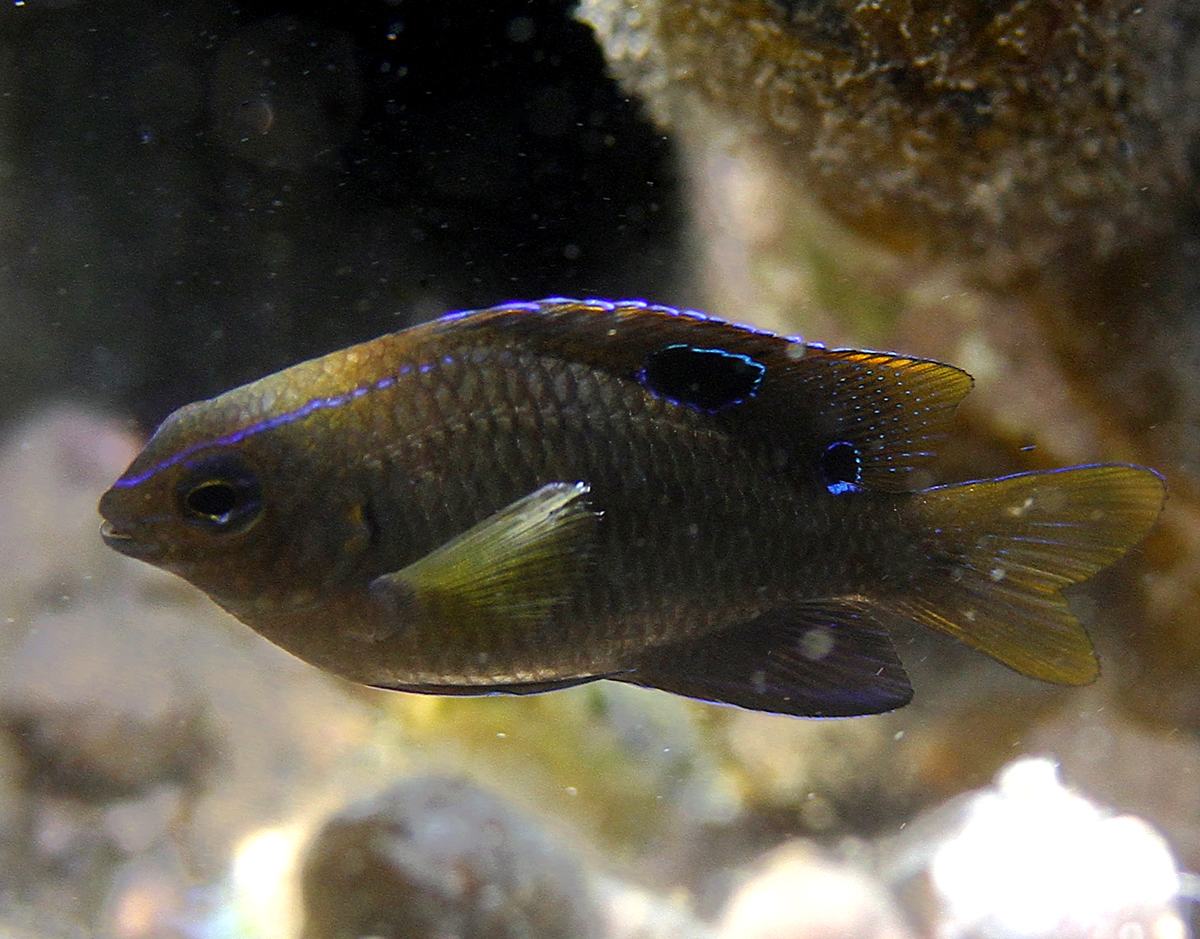
Une demoiselle à un point (Chrysiptera unimaculata)
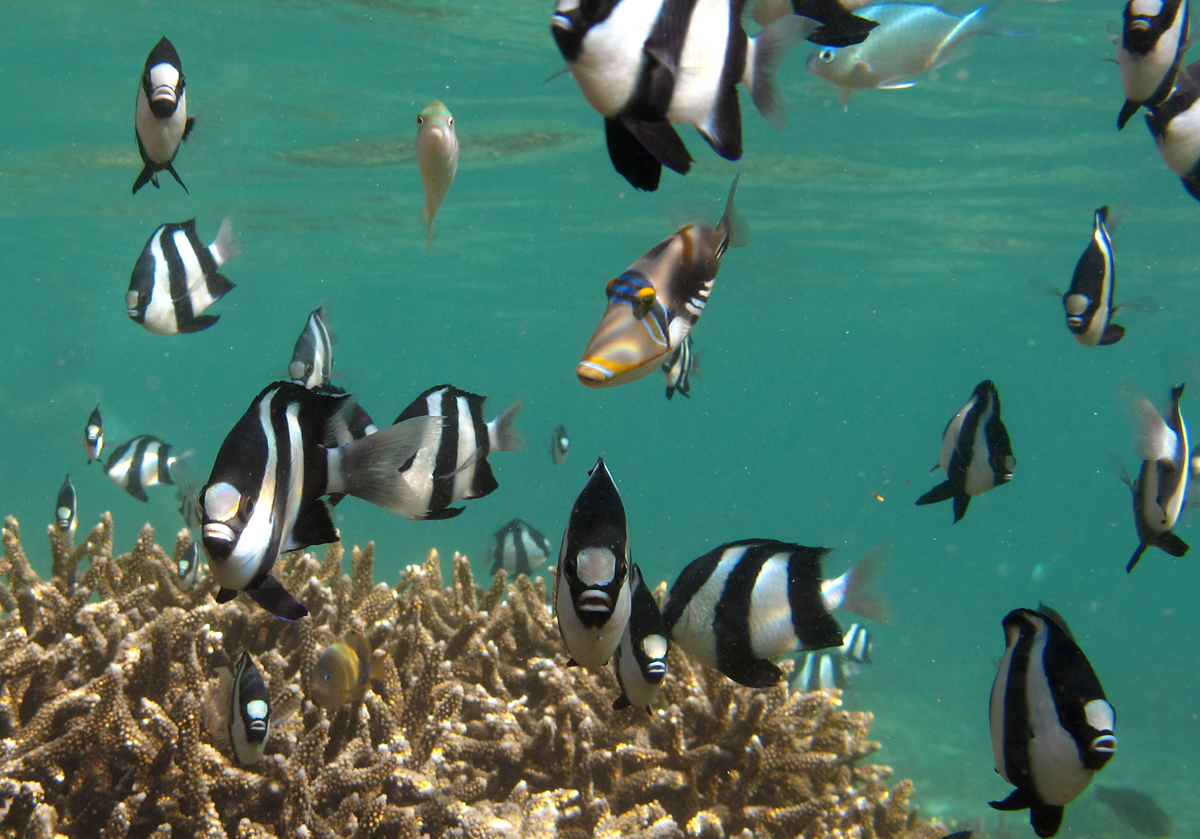
Un banc de demoiselles à trois bandes noires de l'océan Indien (Dascyllus abudafur)
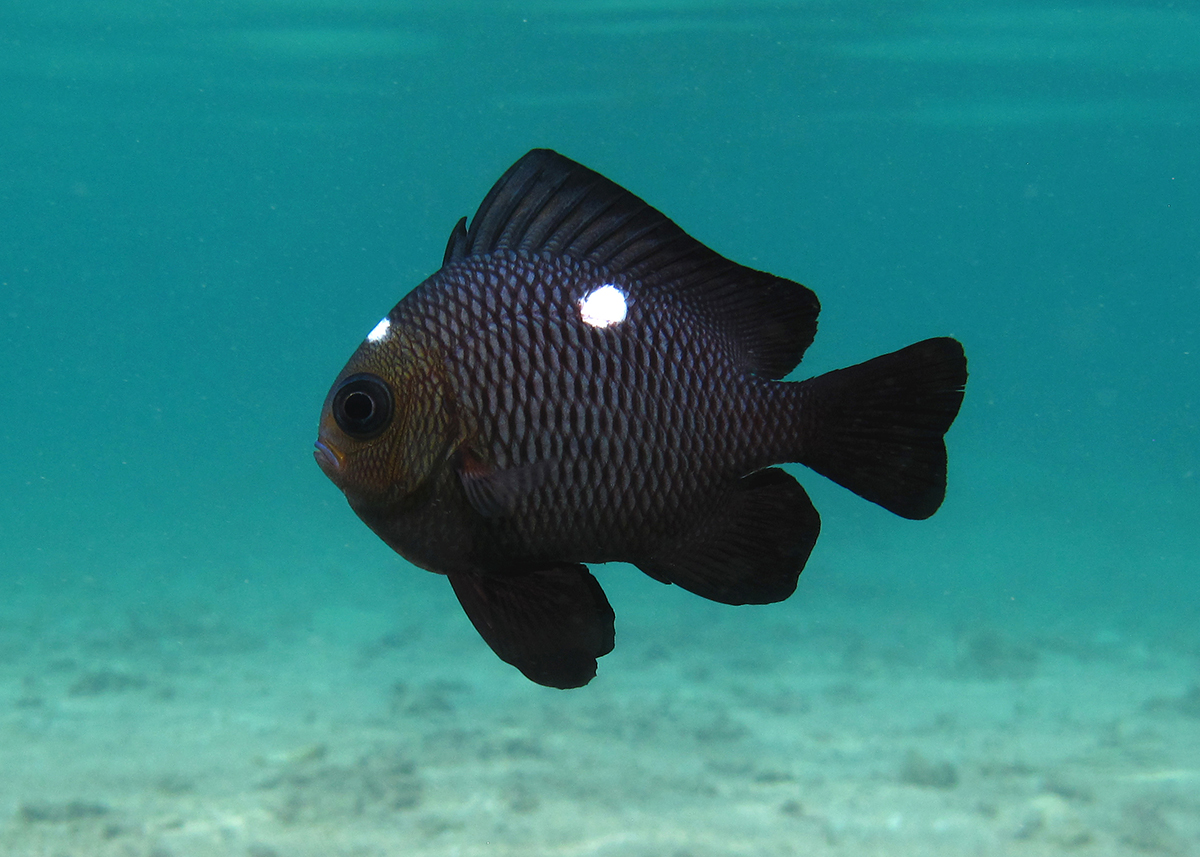
Une demoiselle à trois taches (Dascyllus trimaculatus)
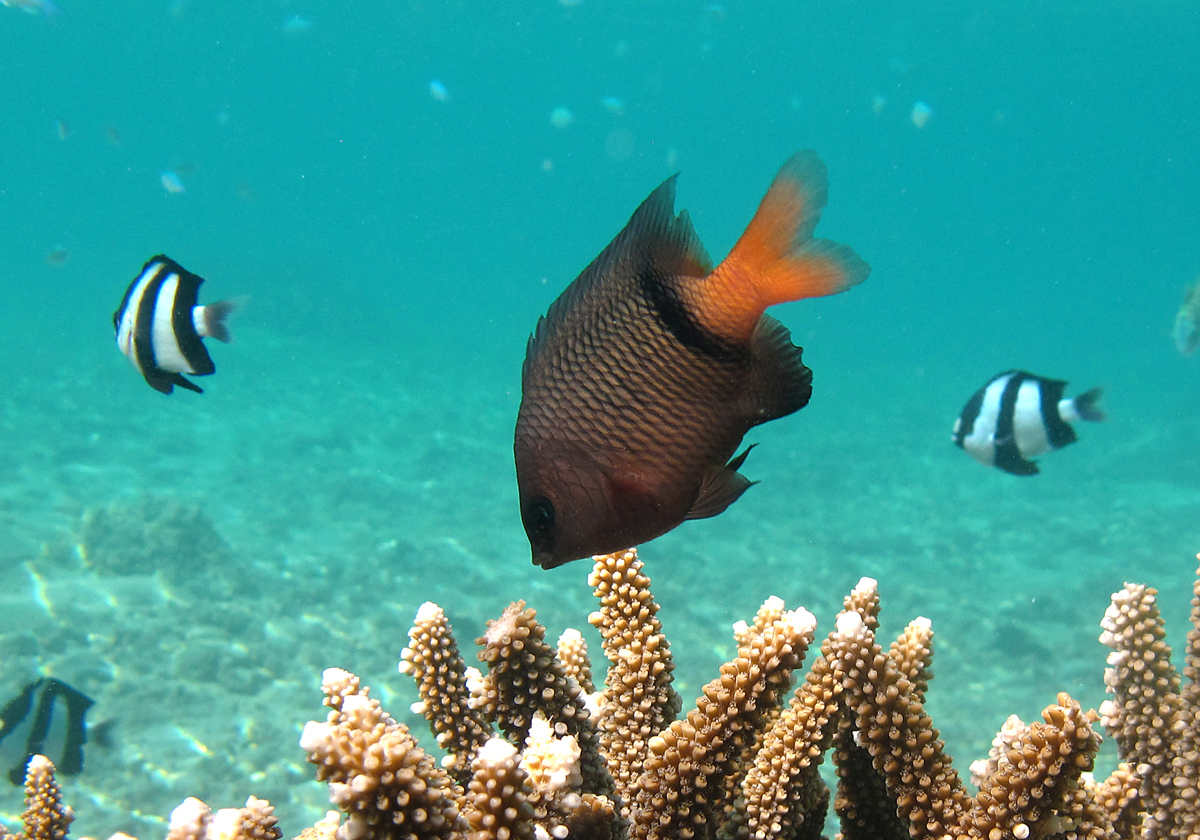
Une demoiselle à barre noire (Plectroglyphidodon dickii)
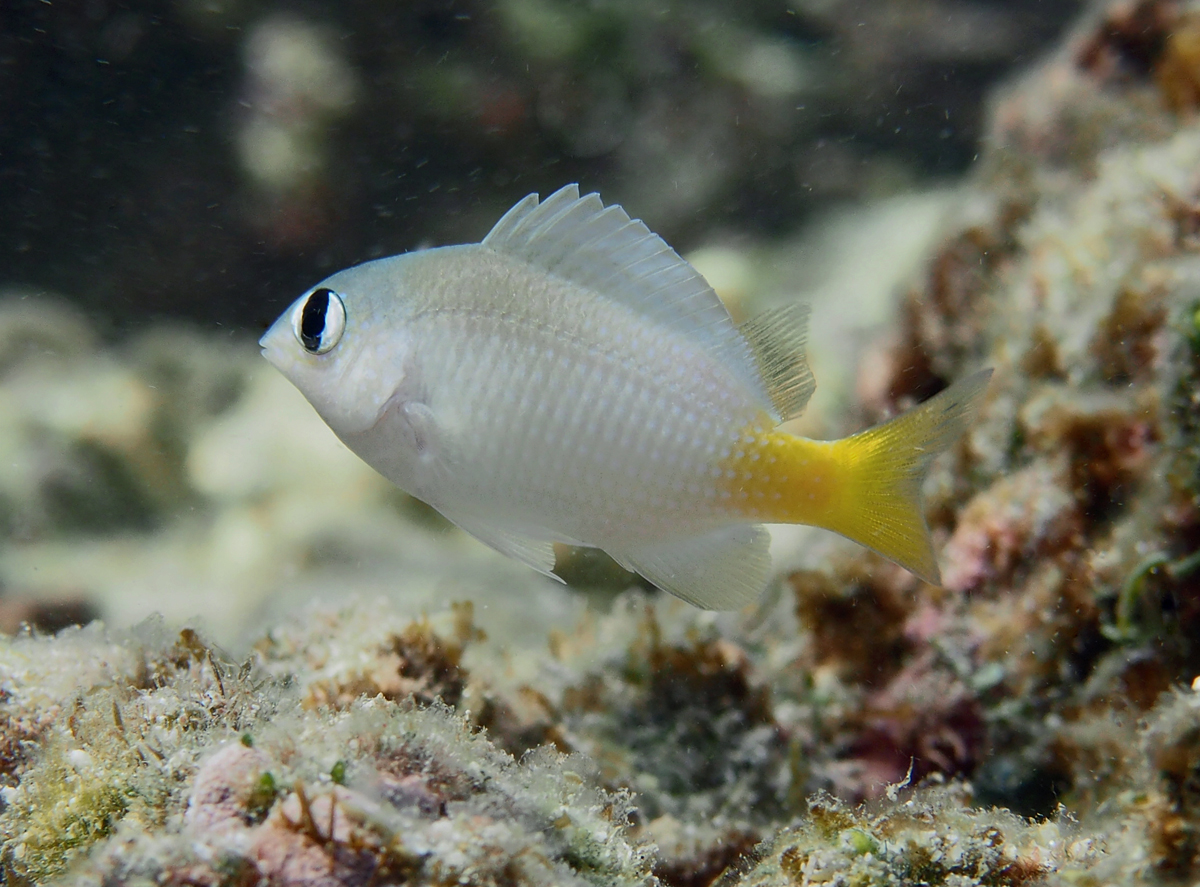
Une demoiselle aux yeux brillants Plectroglyphidodon imparipennis
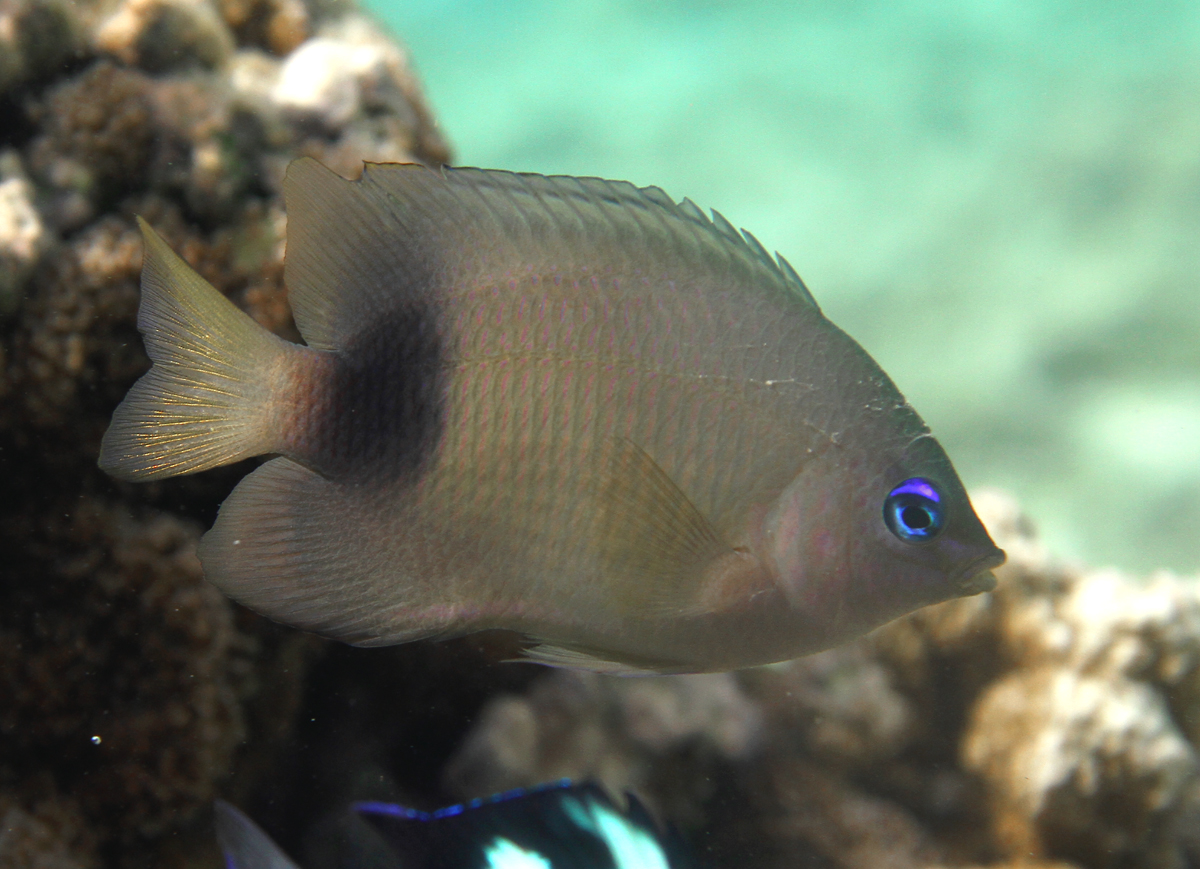
Une demoiselle de Johnston (Plectroglyphidodon johnstonianus)
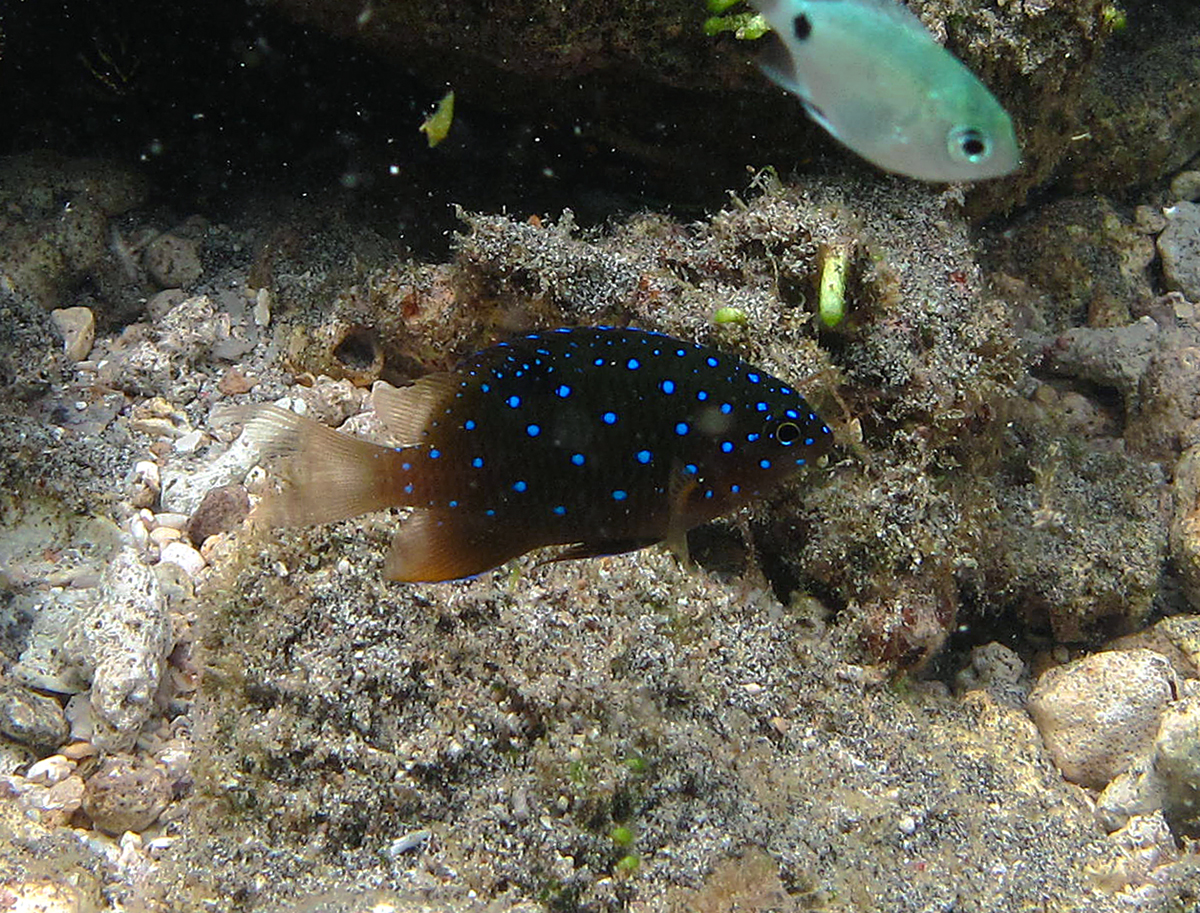
Une demoiselle à points bleus (Plectroglyphidodon lacrymatus) juvénile
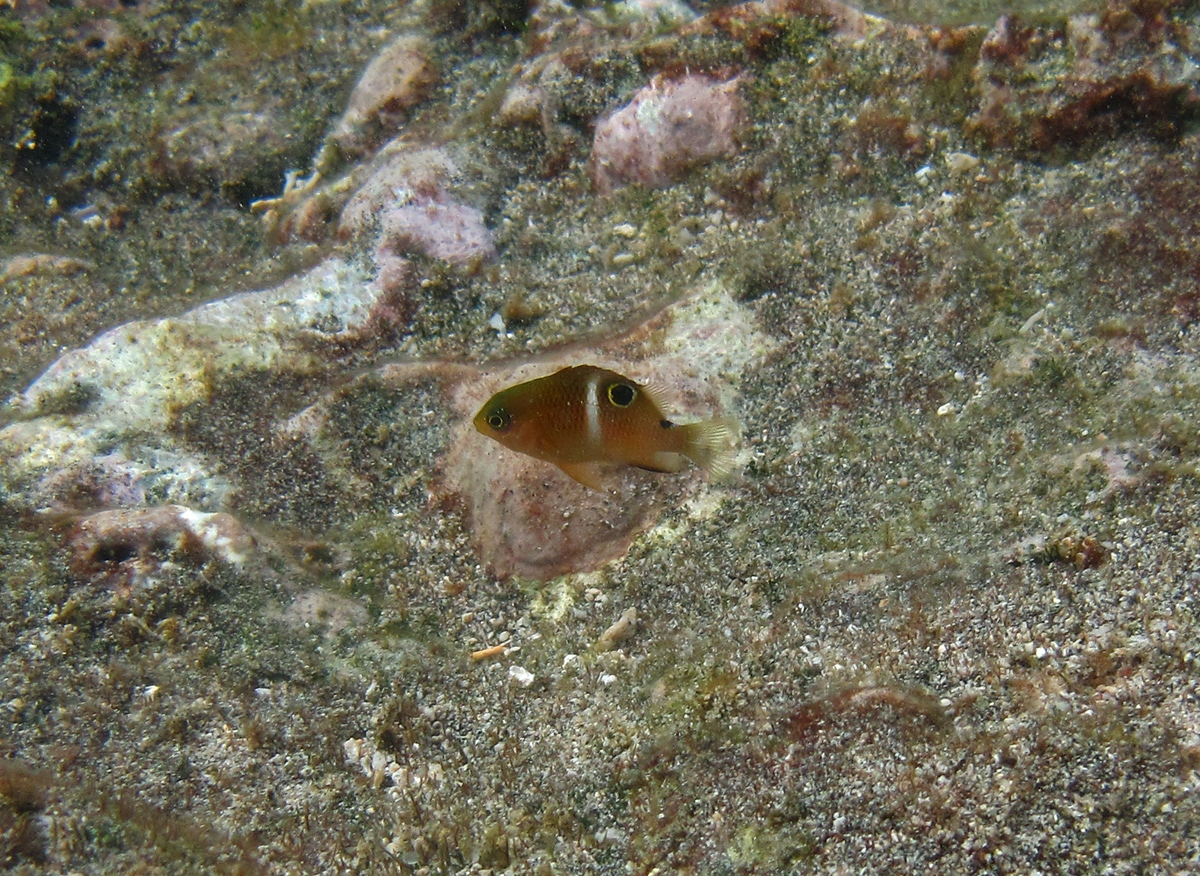
Une demoiselle à une barre (Plectroglyphidodon leucozonus) juvénile (ou P. randalli?)
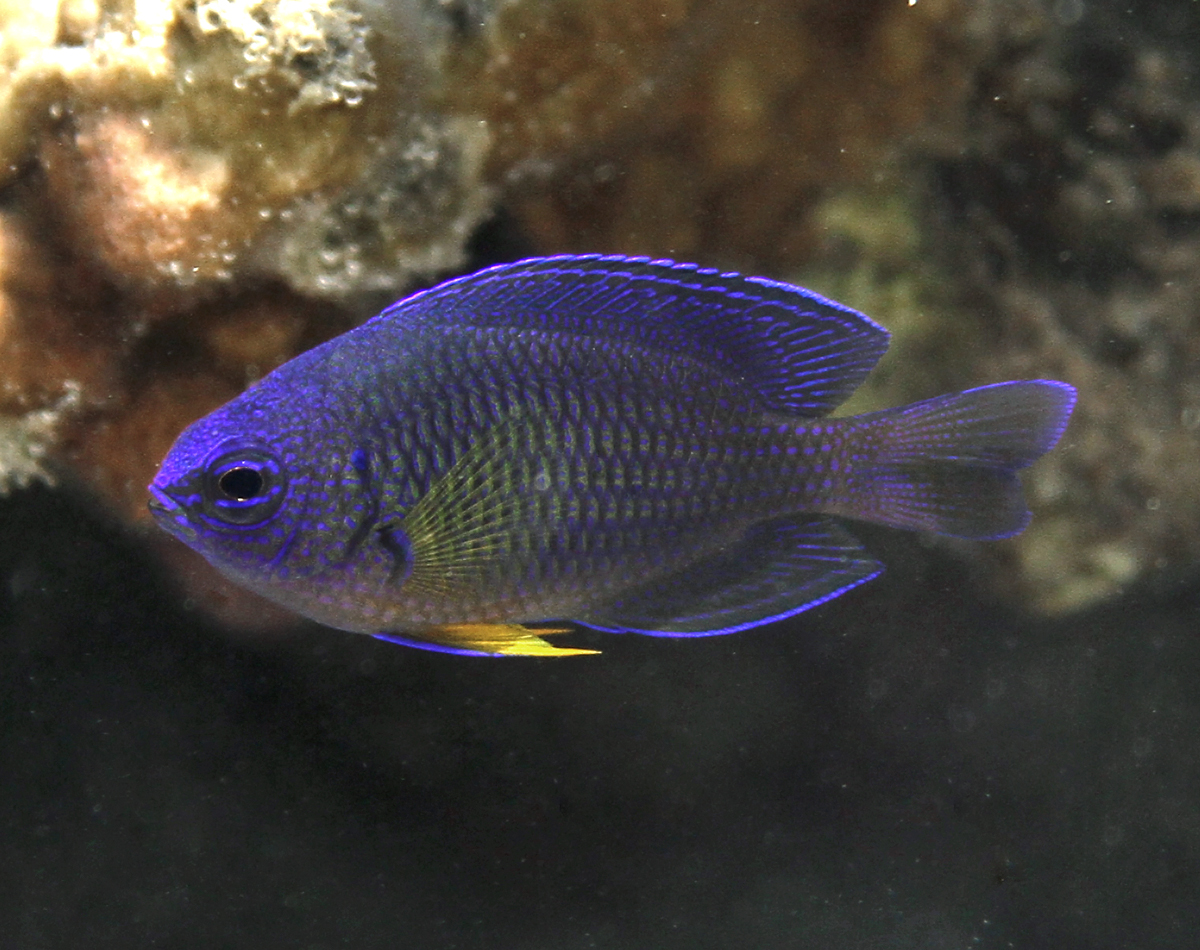
Pomacentrus caeruleopunctatus
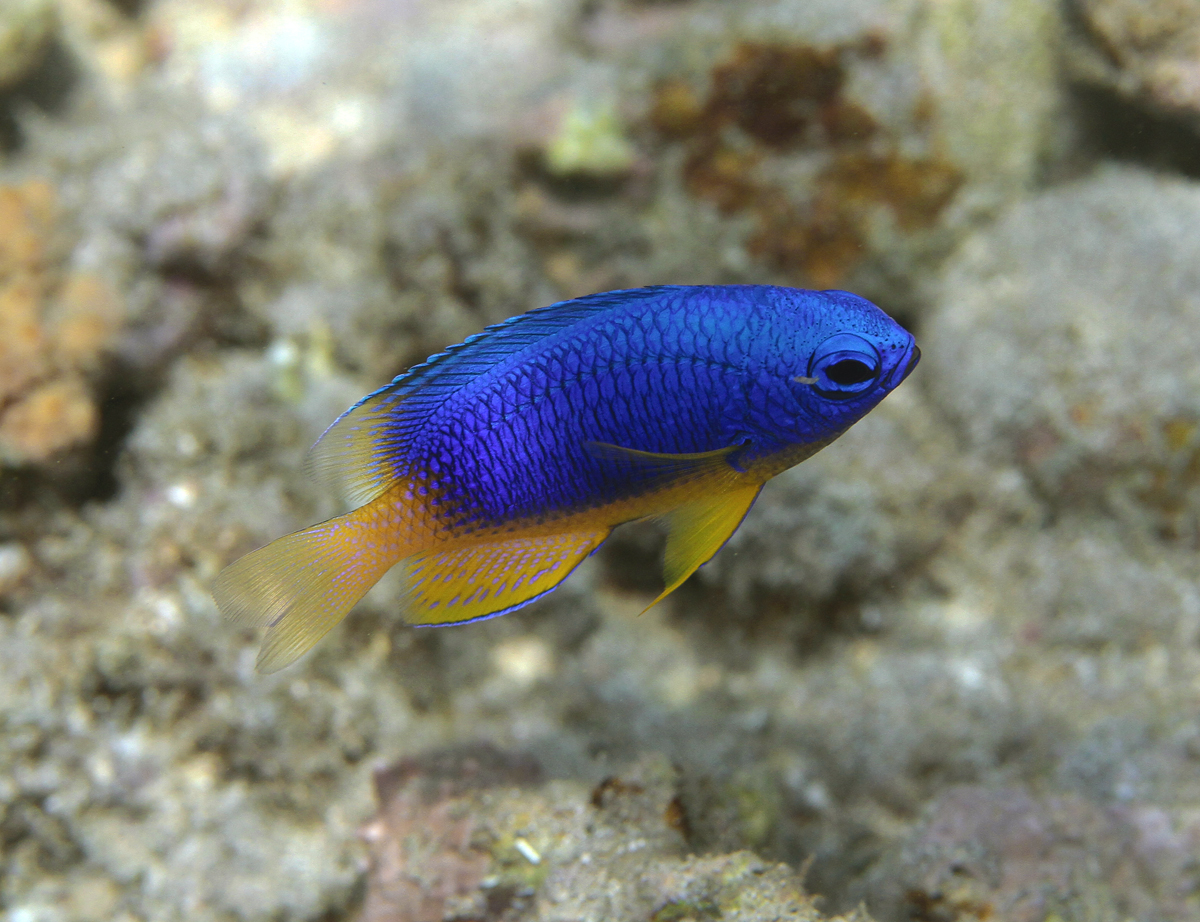
Une demoiselle bleue et jaune (Pomacentrus caeruleus)
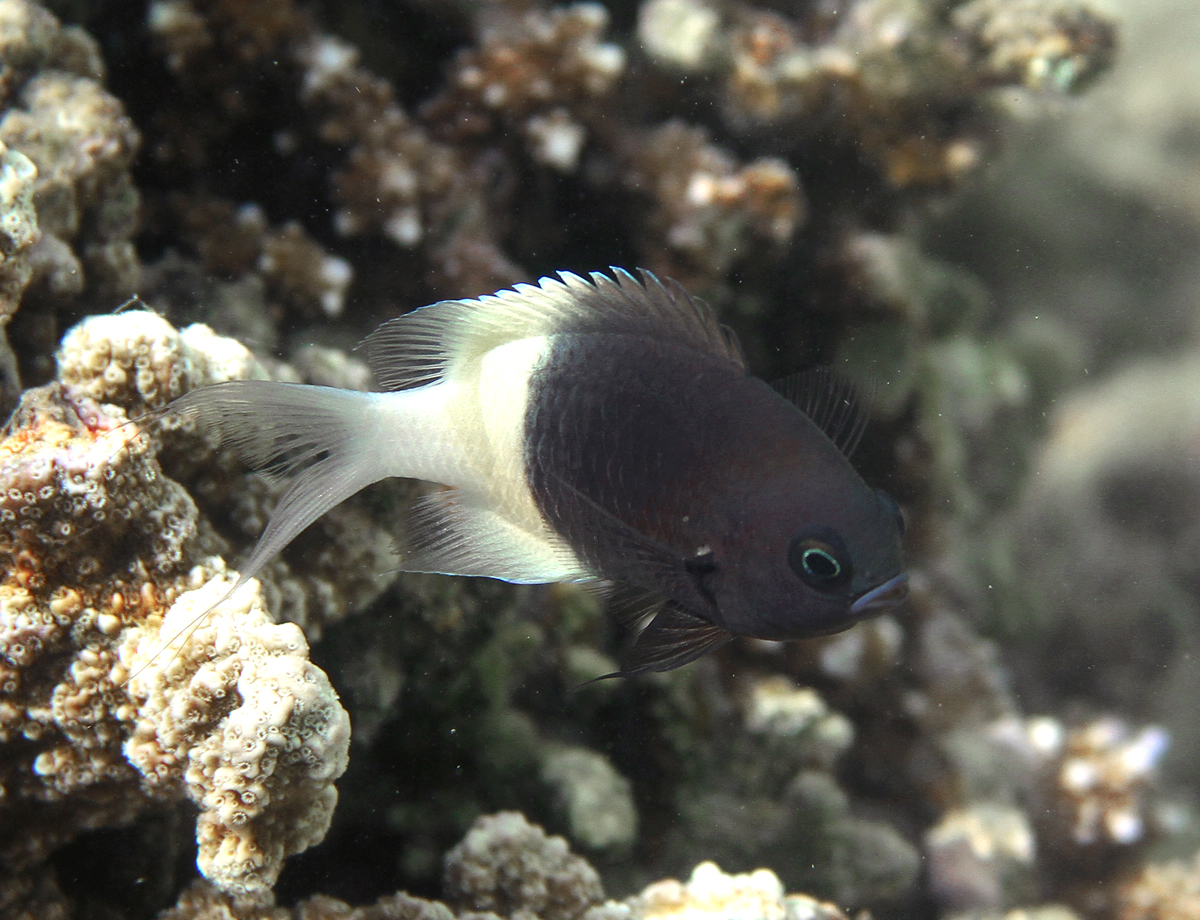
Une castagnole bicolore de l'océan Indien (Pycnochromis fieldi)
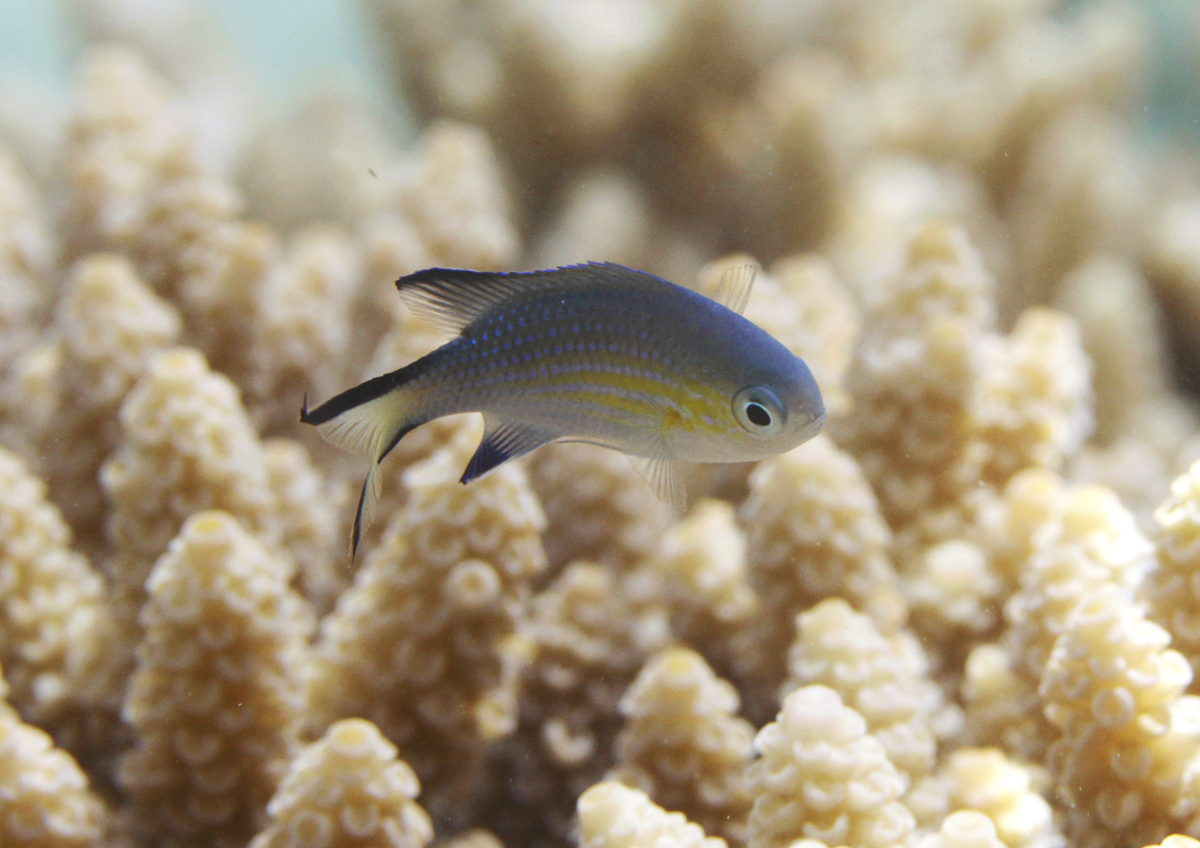
Une demoiselle à queue noire (Pycnochromis nigrura)
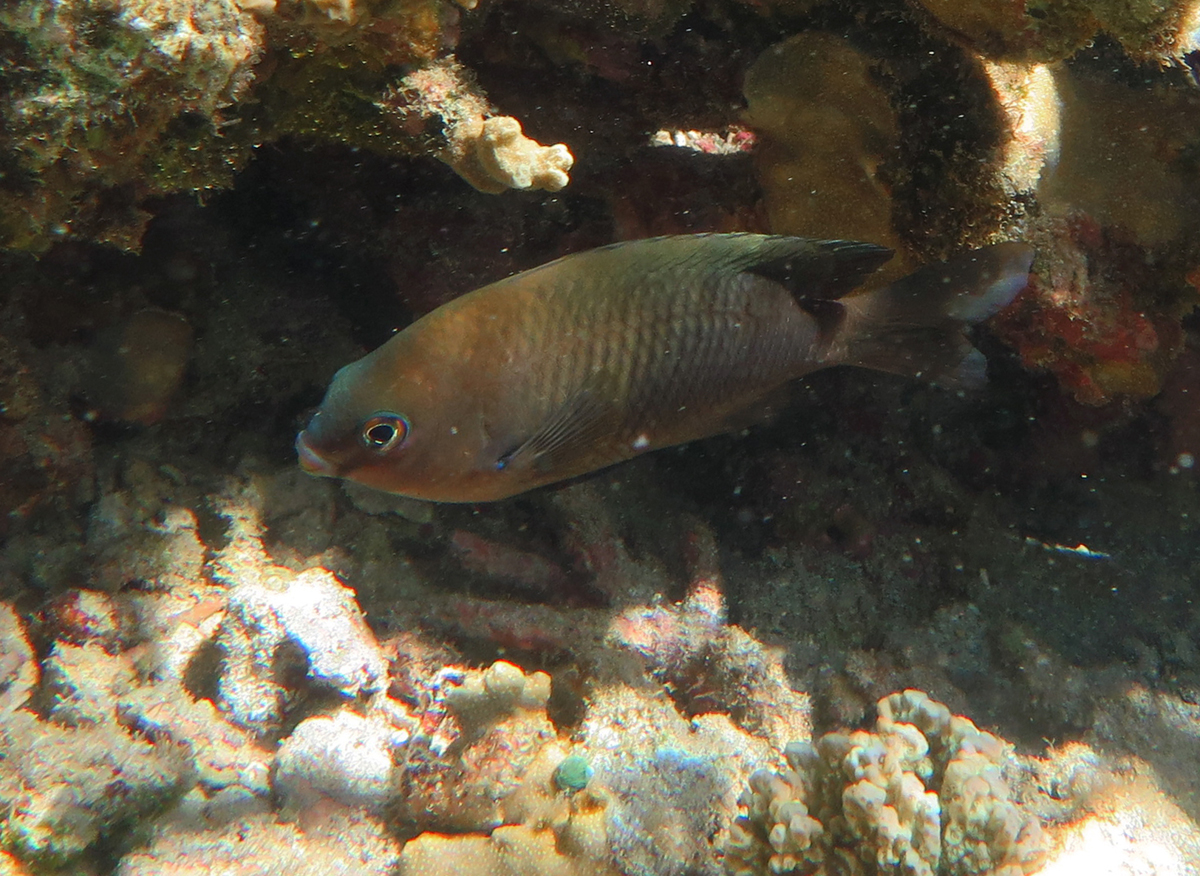
Un grégoire du pacifique (Stegastes fasciolatus)
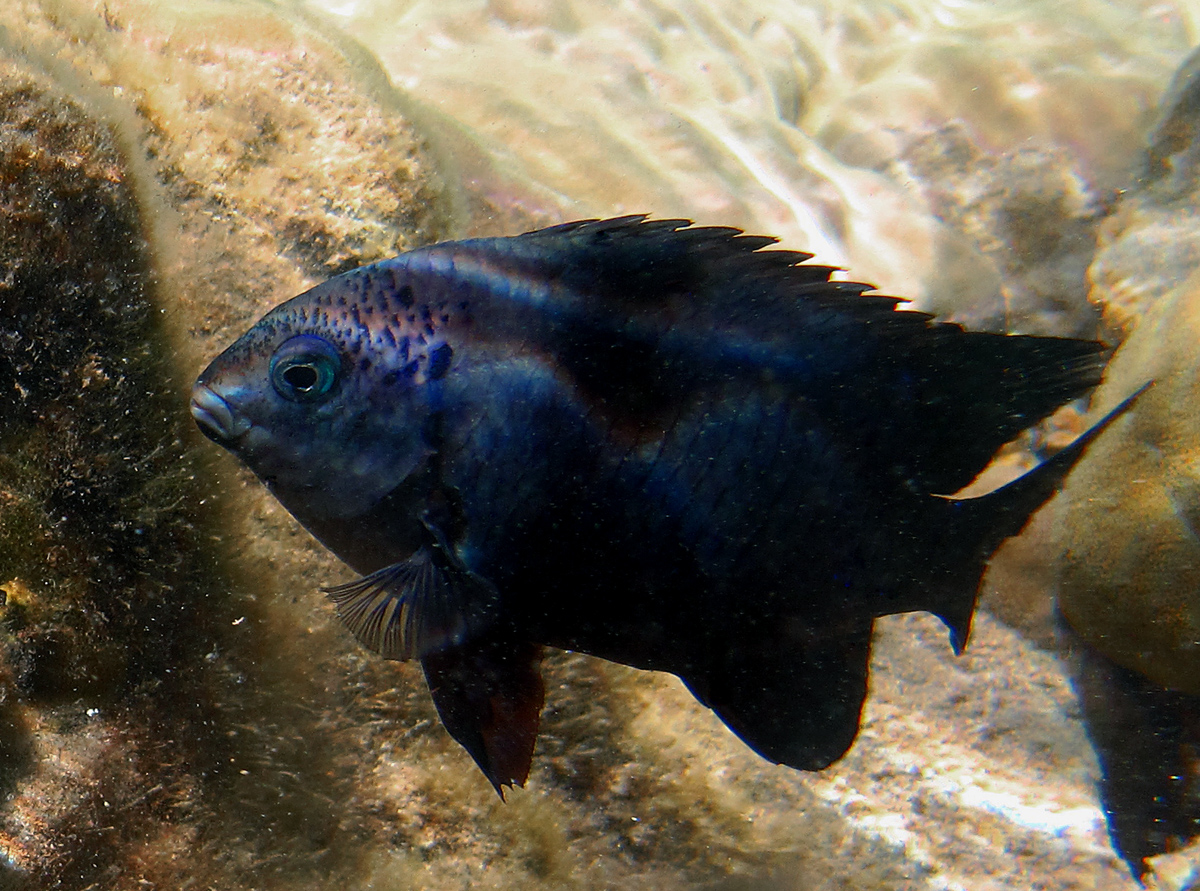
Un grégoire d'ébène (Stegastes limbatus)
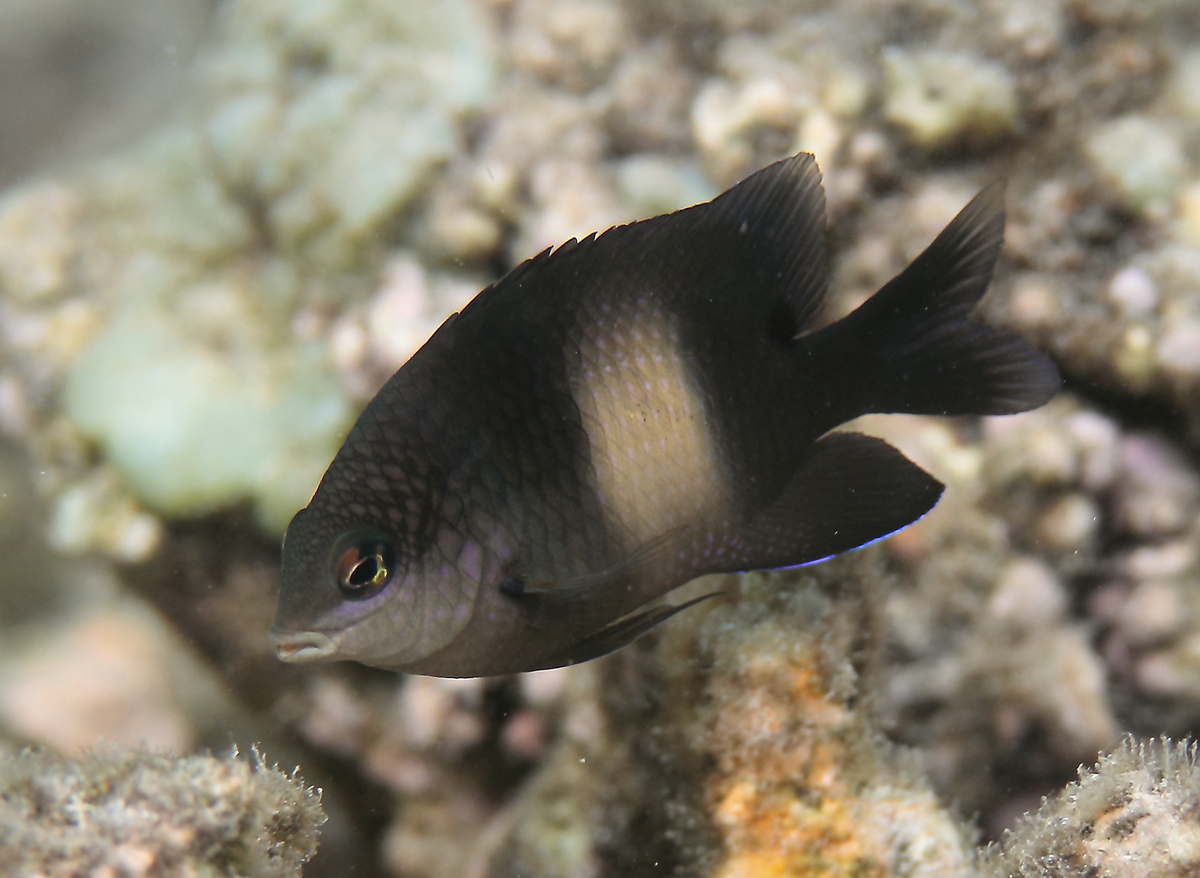
Un grégoire noir (Stegastes nigricans)
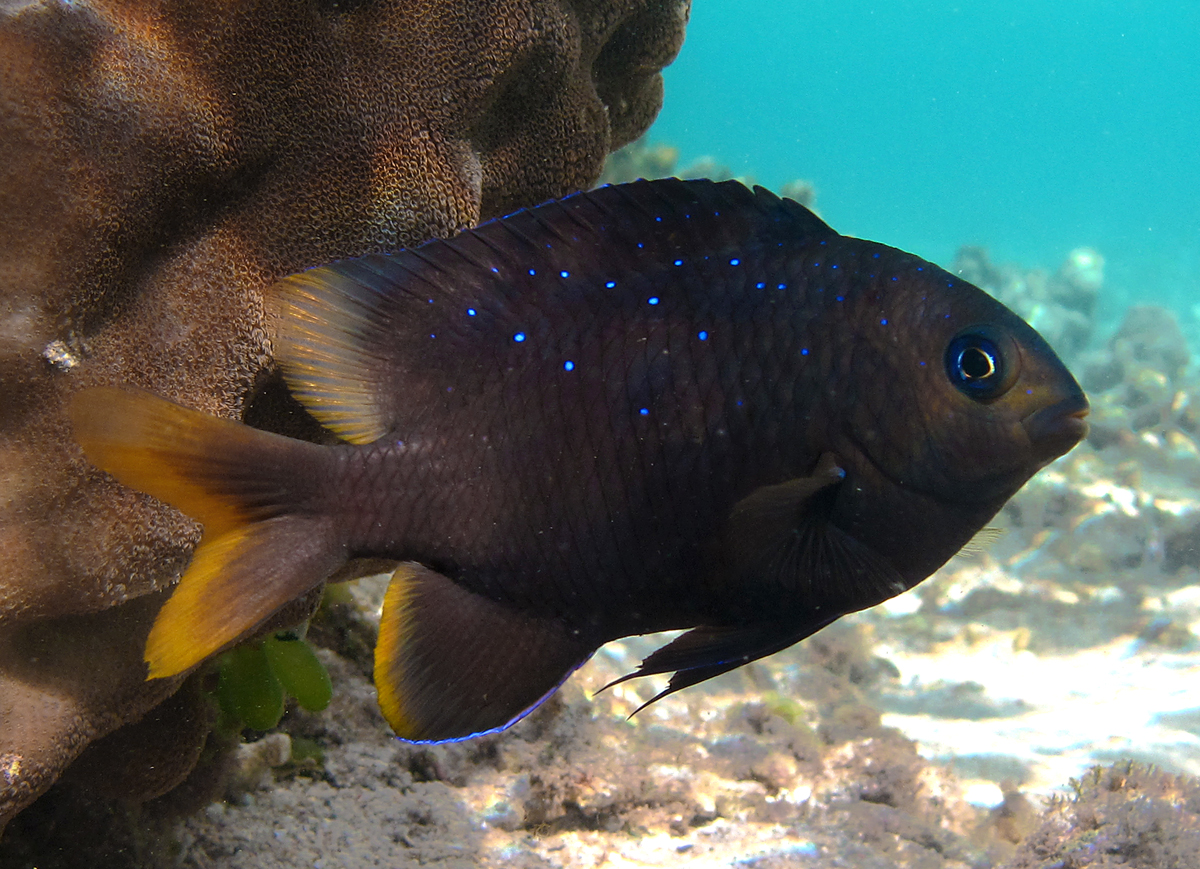
Un grégoire mauricien (Stegastes pelicieri)
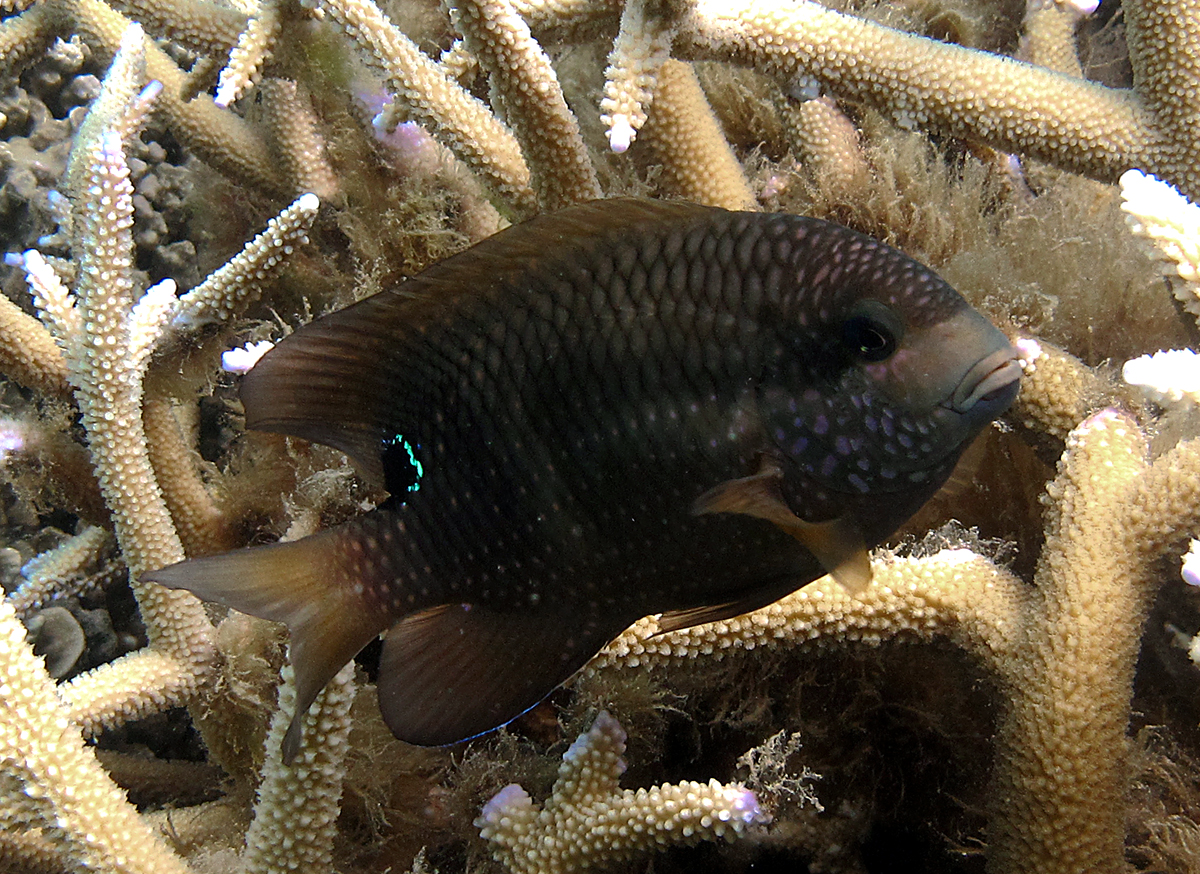
Un grégoire fermier (Stegastes punctatus)

##### Labres, vieilles et girelles
Les labres, vieilles et girelles sont regroupés dans la famille des Labridae, qui comprend 60 genres et 548 espèces. Leur morphologie est extrêmement variable, tout comme le sont leurs tailles et leurs couleurs. Une des particularités de la plupart est d’avoir des lèvres charnues nettement apparentes sur le museau, d’où vient leur nom vernaculaire et celui du premier genre décrit (Labrus), le mot « labrum » signifiant lèvre en latin. Les labres sont très majoritairement hermaphrodites protogynes. Certaines espèces sont diandriques : il y a des mâles qui le sont dès la naissance (les « mâles primaires », dont la livrée et la morphologie sont identiques à celles des femelles, l’ensemble étant regroupé sous l’appellation de « phase initiale », et d'autres qui le deviennent secondairement (les « mâles secondaires », représentent la « phase terminale »). D'autres espèces sont monandriques : tous les mâles sont des femelles ayant changé de sexe. Les phases initiale et terminale, ainsi que les juvéniles, ont souvent des livrées, et parfois des morphologies, très différentes. Les gamètes des labres du domaine Indo-Pacifique sont libérés en pleine eau, les œufs sont donc pélagiques (les labres des régions tempérées pondent dans un nid le plus souvent aménagé sur le substrat). La majorité des espèces, carnivores, cherchent des invertébrés en fouillant le fond mais d’autres sont planctonivores. Parmi les carnivores, certaines sont « nettoyeuses » : elles se nourrissent des parasites des autres poissons. 52 espèces de Labridés ont été pour le moment recensées à La Réunion.

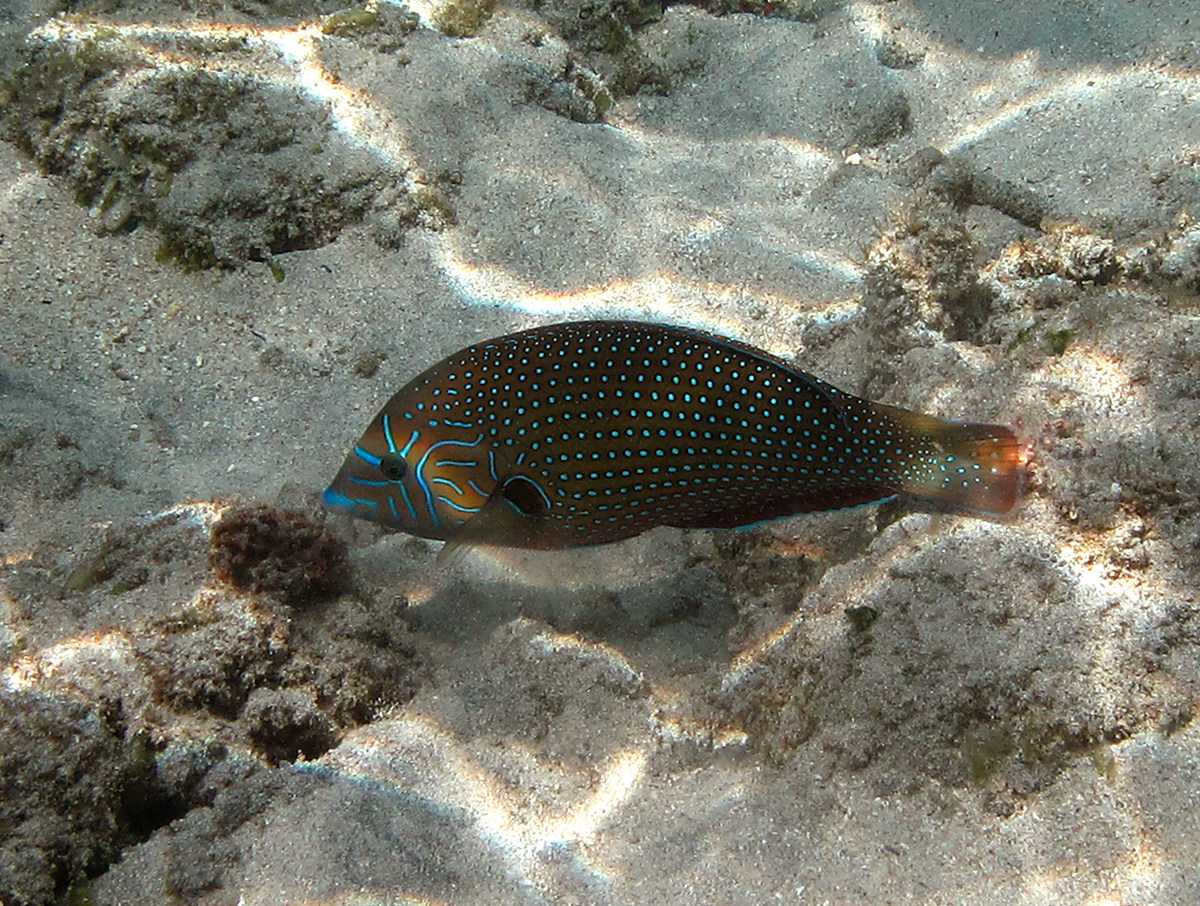
Un labre constellé (Anampses caeruleopunctatus) en phase initiale
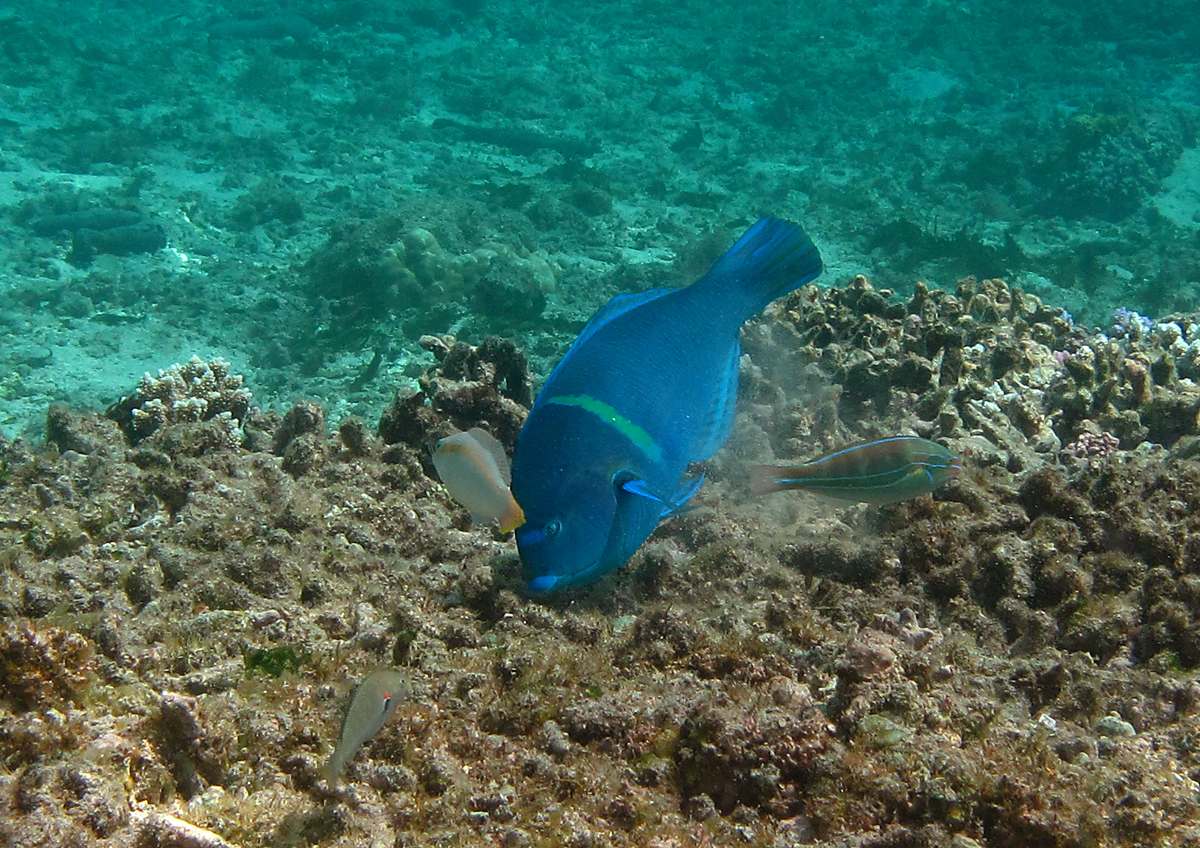
Un labre constellé (Anampses caeruleopunctatus) en phase terminale
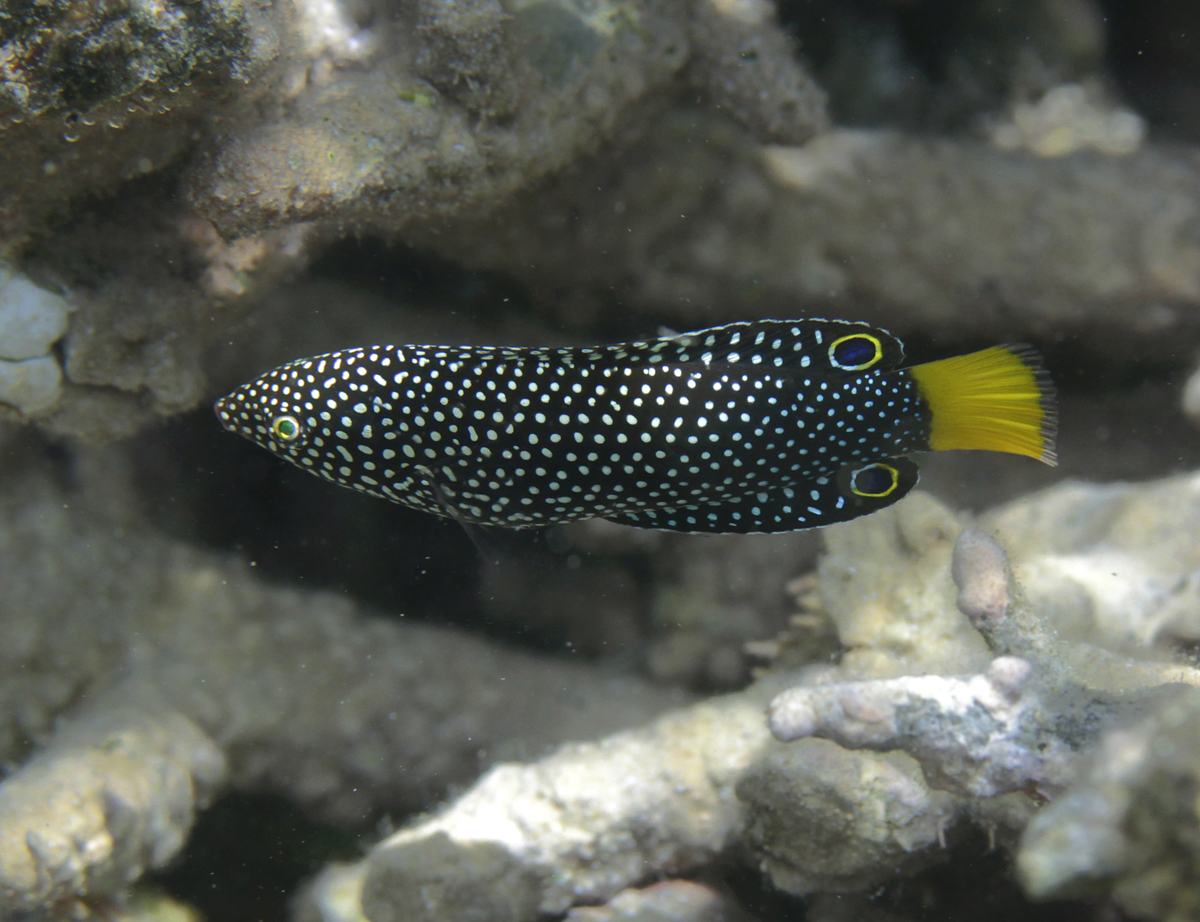
Un labre à queue jaune (Anampses meleagrides) juvénile
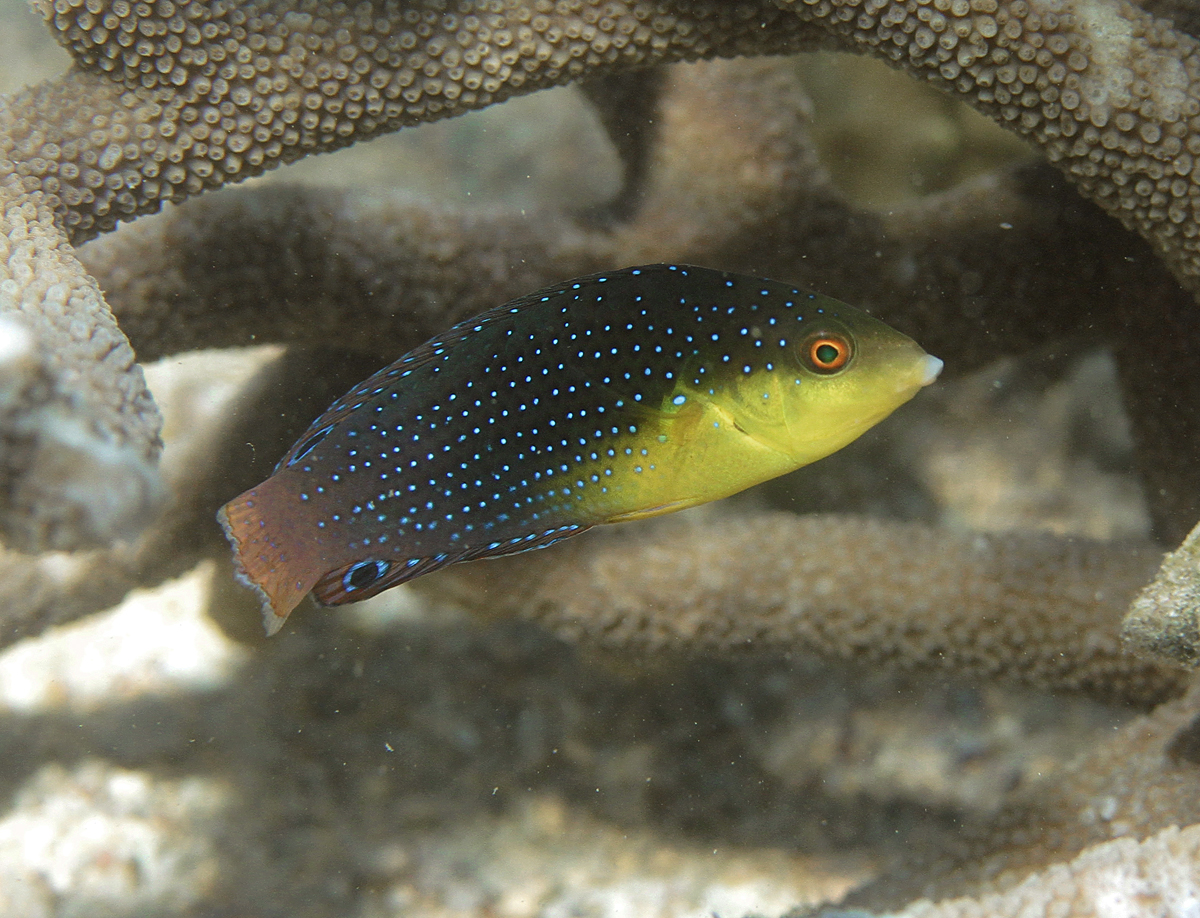
Un labre à poitrine jaune (Anampses twistii)
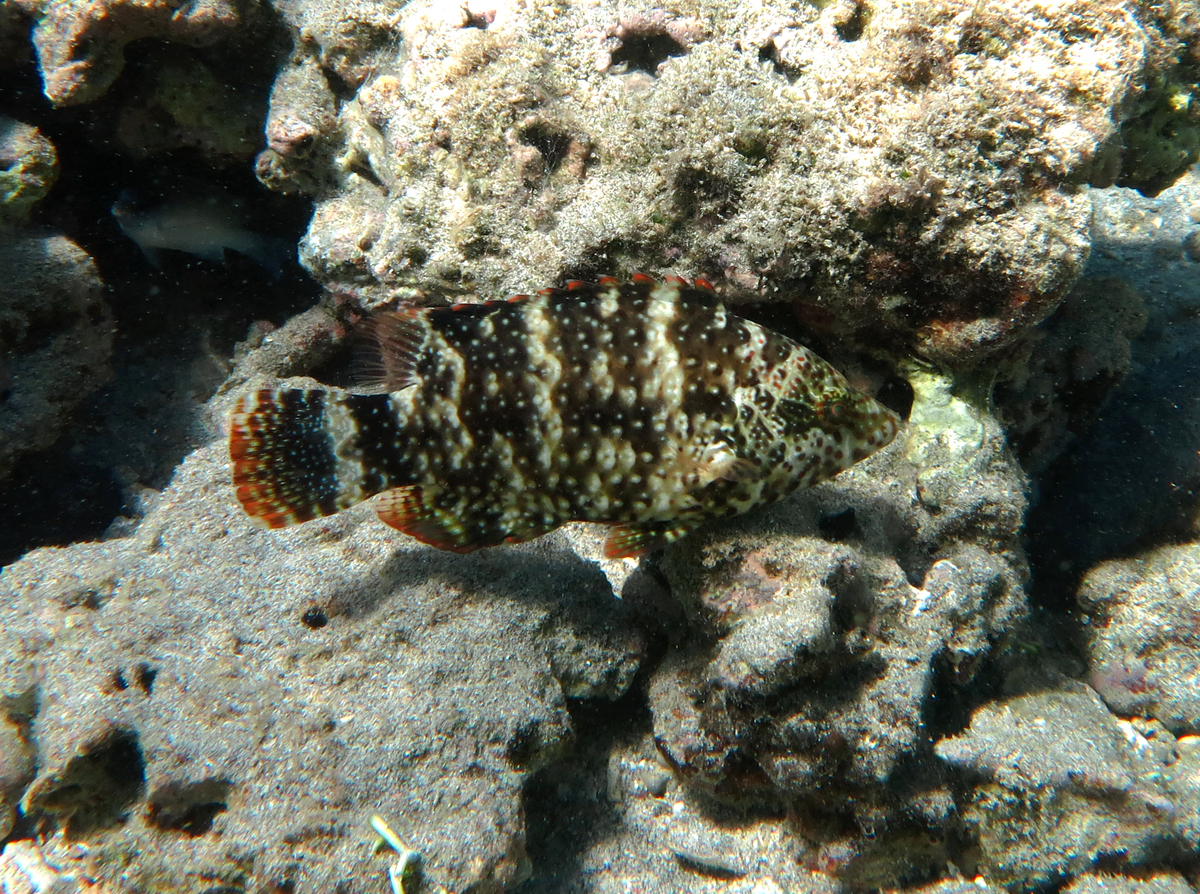
Une vieille tachetée (Cheilinus chlorourus)
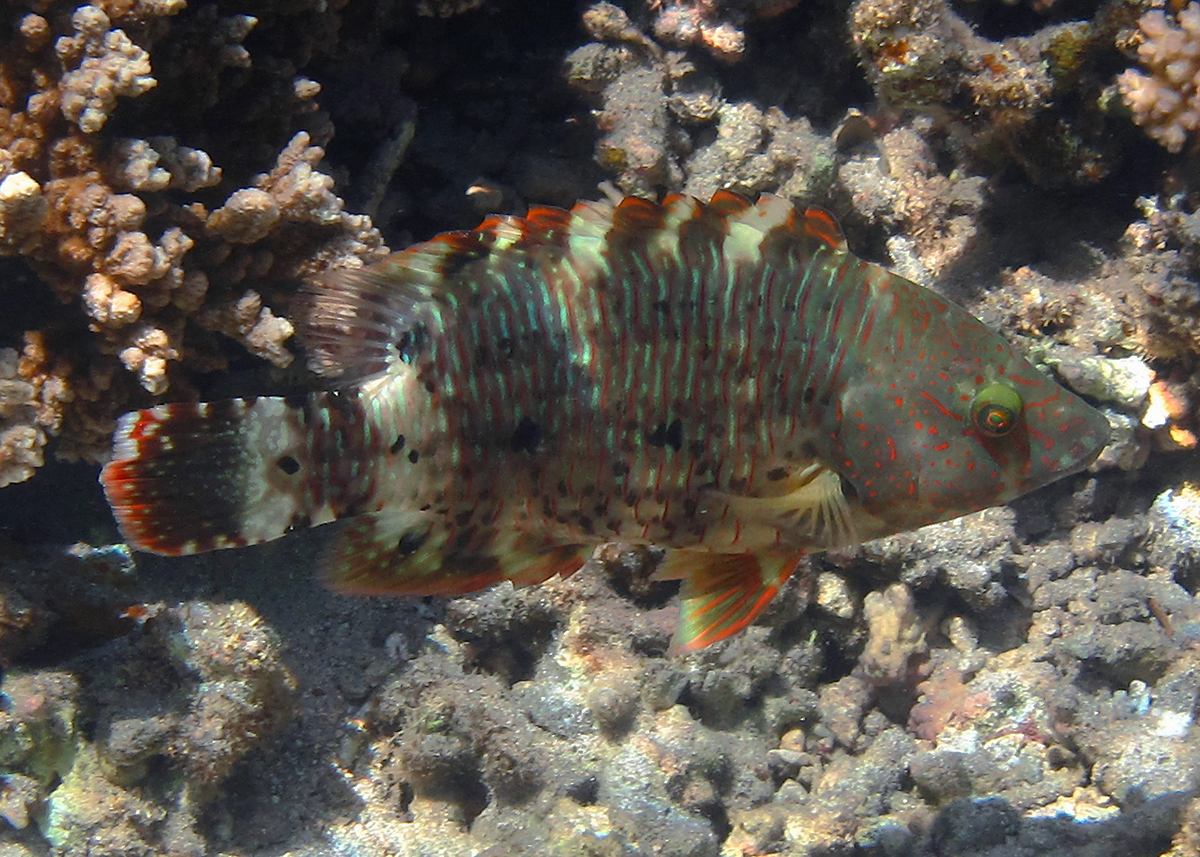
Un labre à queue triple (Cheilinus trilobatus) en phase initiale
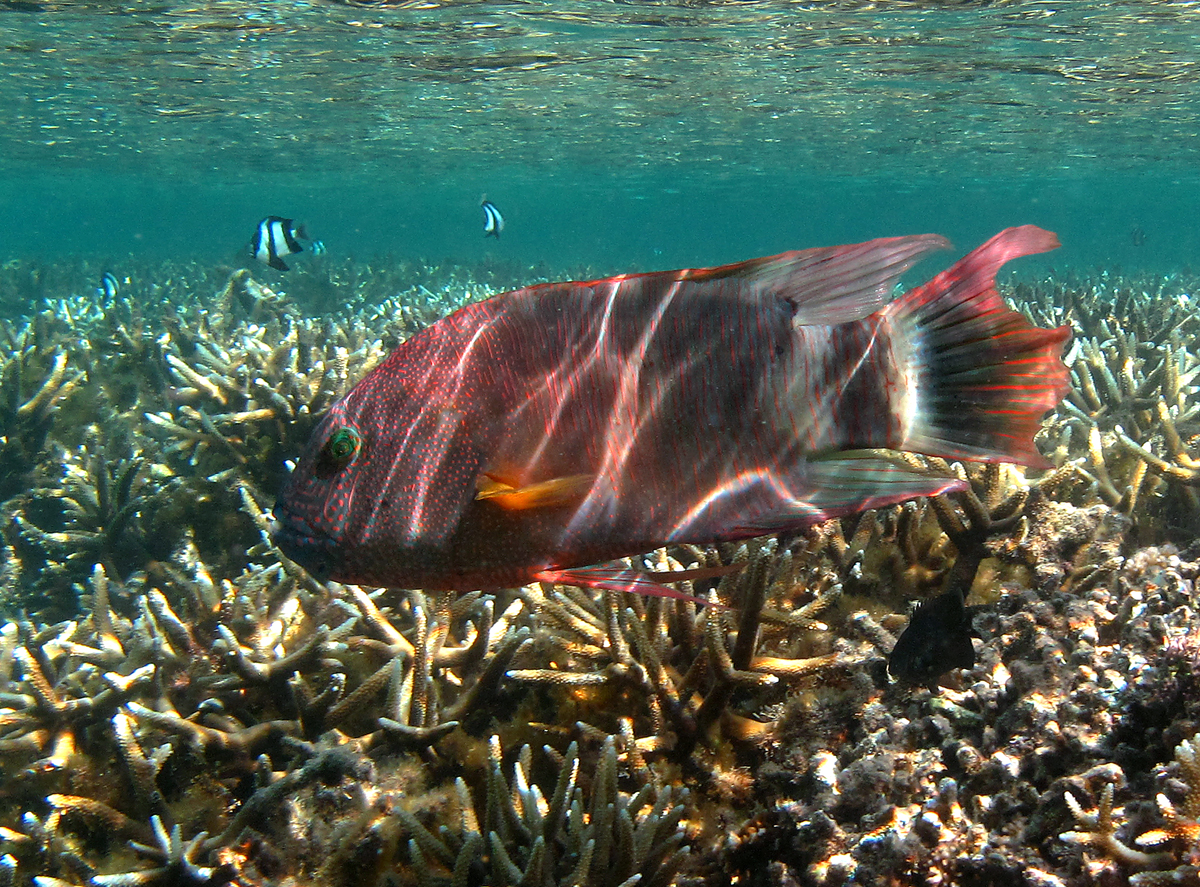
Un labre à queue triple (Cheilinus trilobatus) en phase terminale
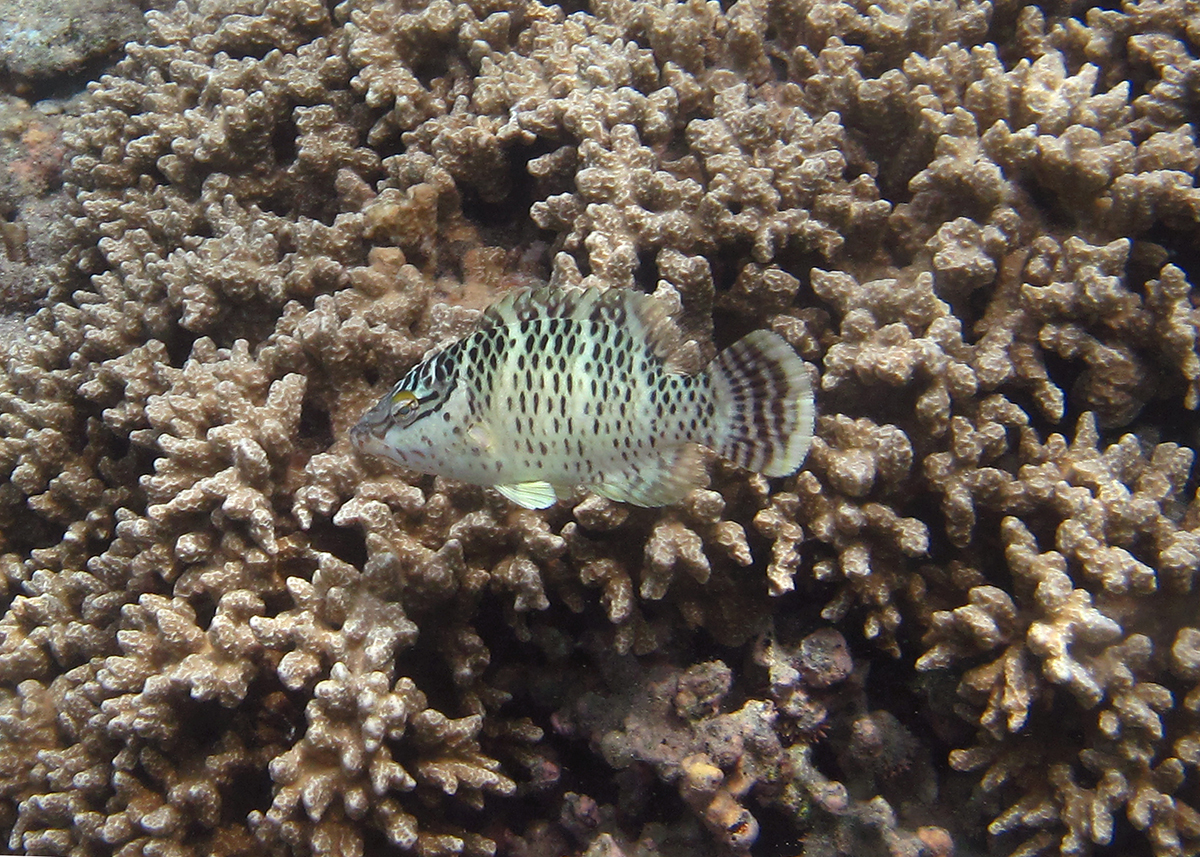
Un Napoléon (Cheilinus undulatus) juvénile
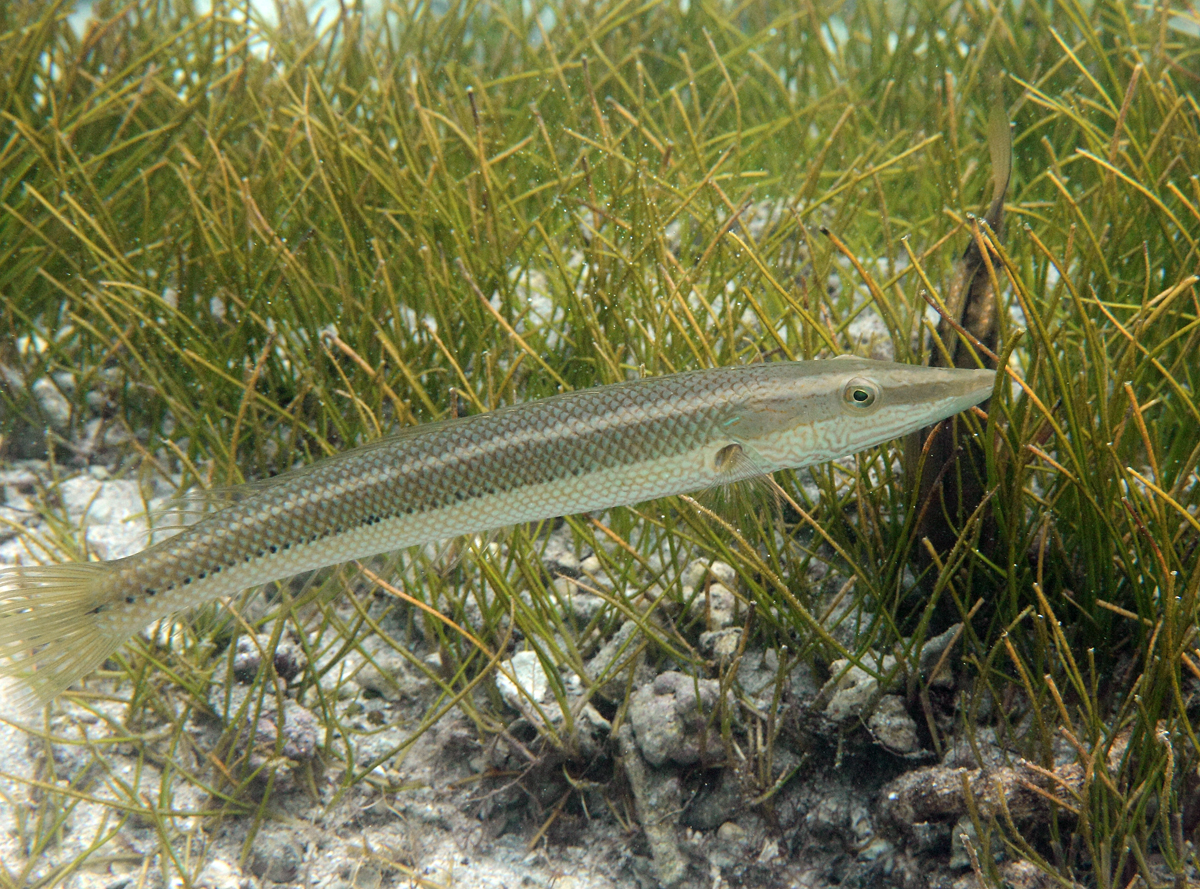
Un labre cigare (Cheilio inermis)
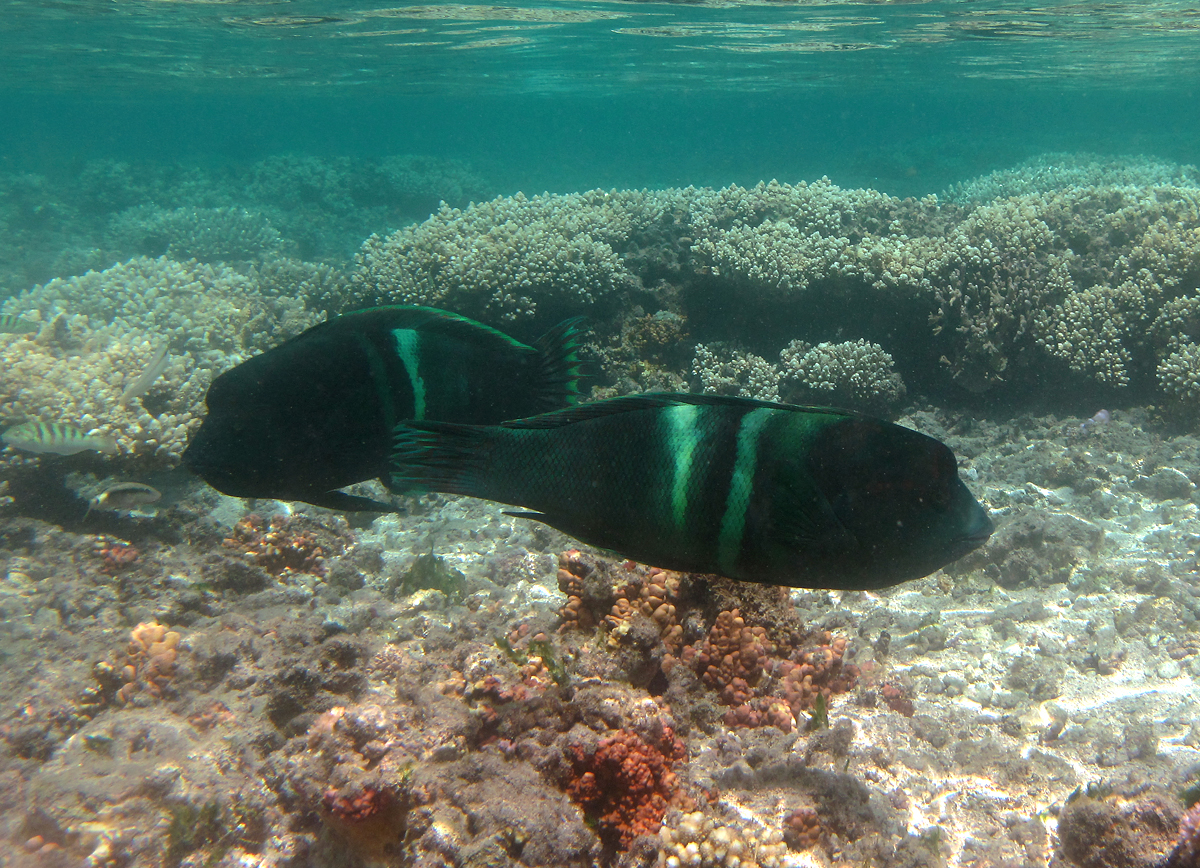
Deux girelles clowns (Coris aygula) en phase terminale
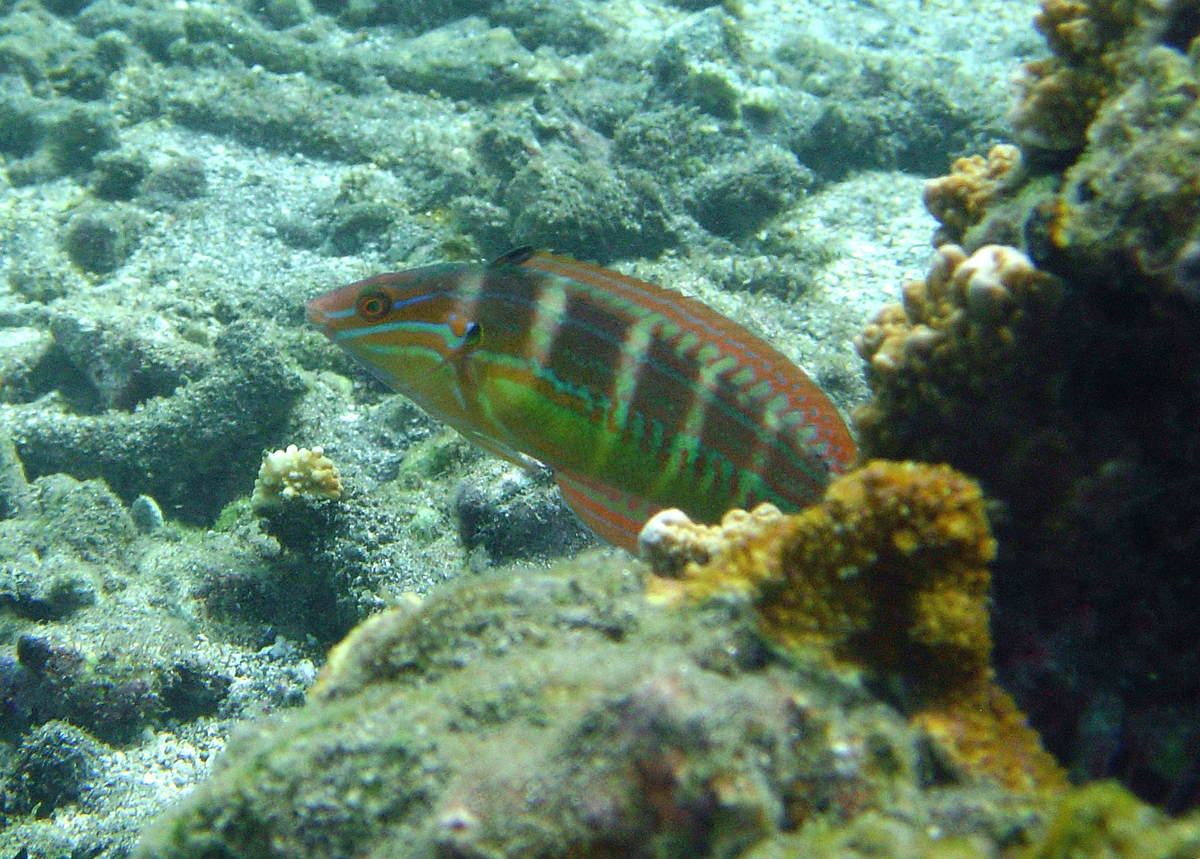
Une girelle à tache caudale (Coris caudimacula)
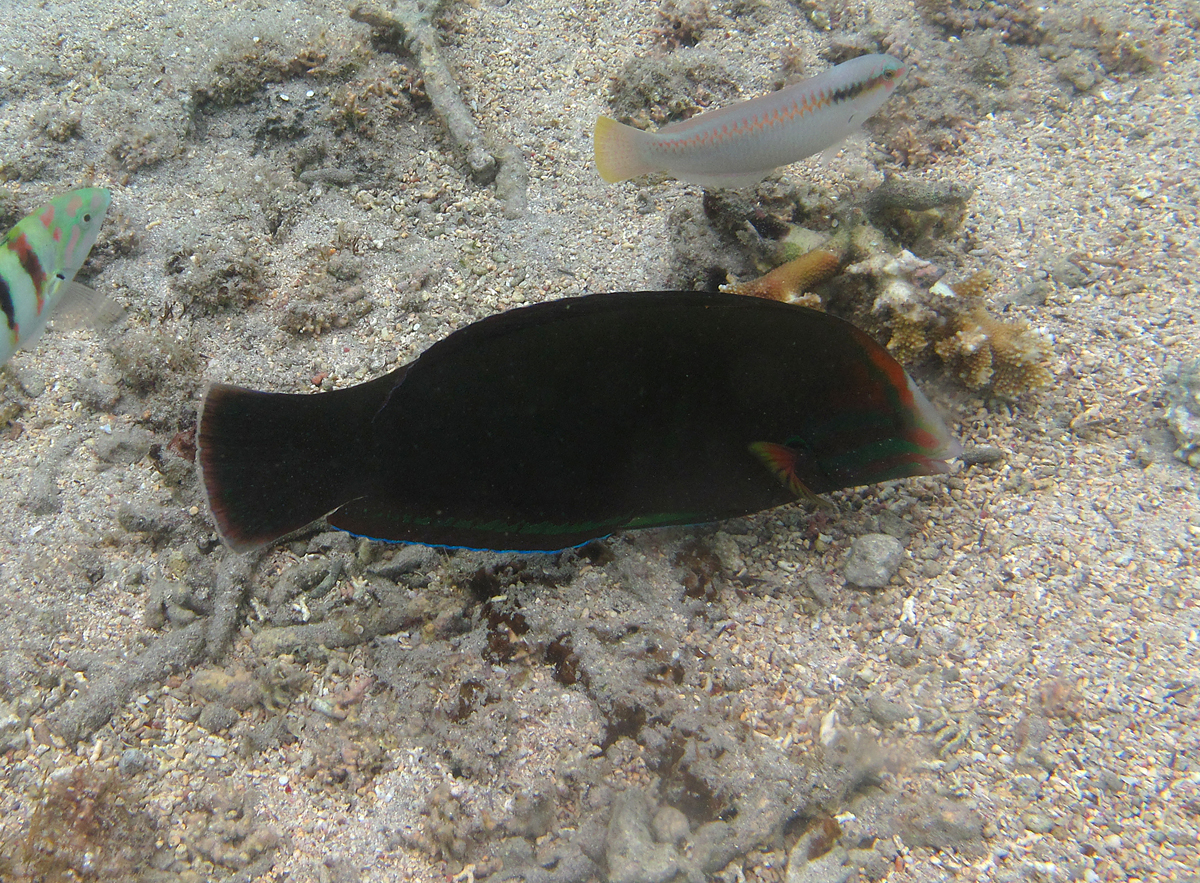
Une girelle africaine (Coris cuvieri)
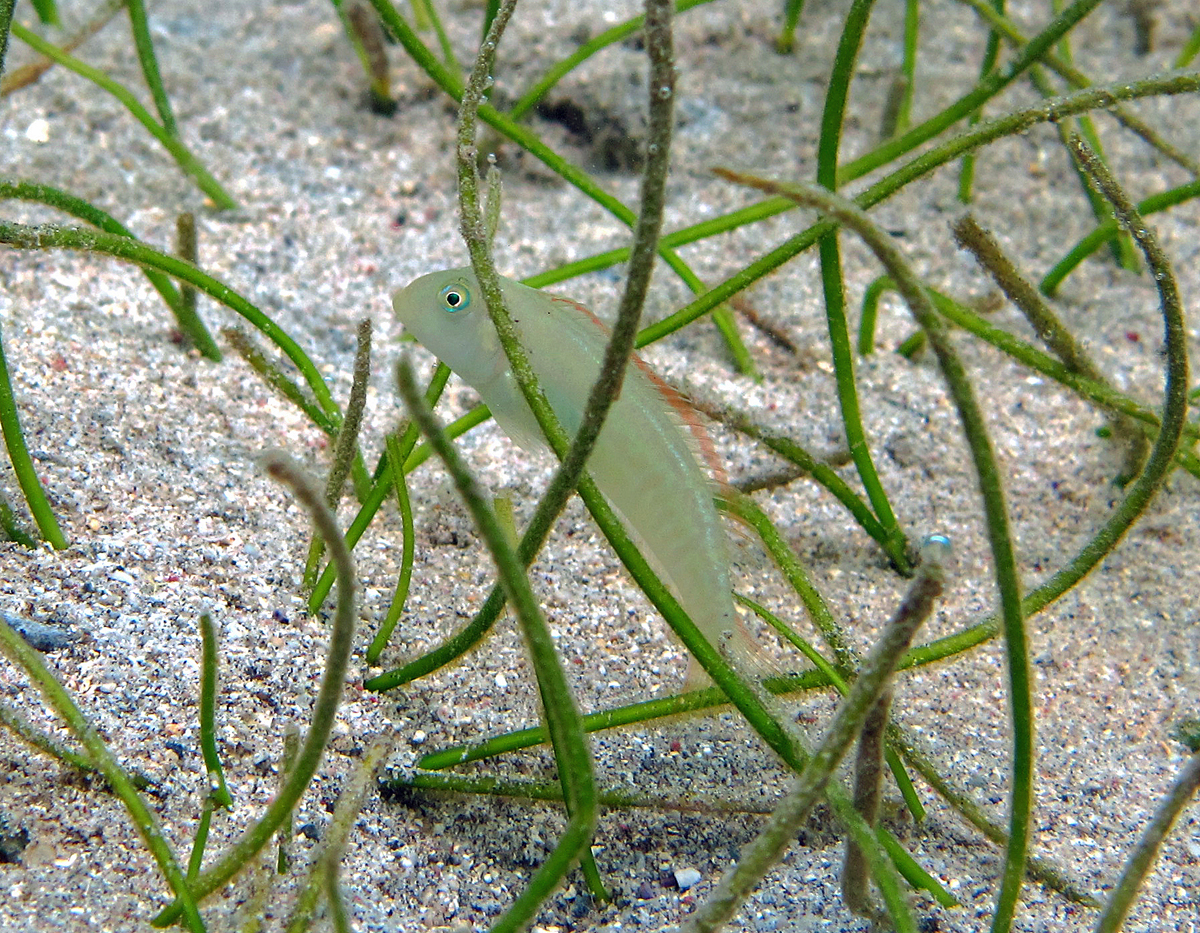
Un labre couteau (Cymolutes praetextatus)
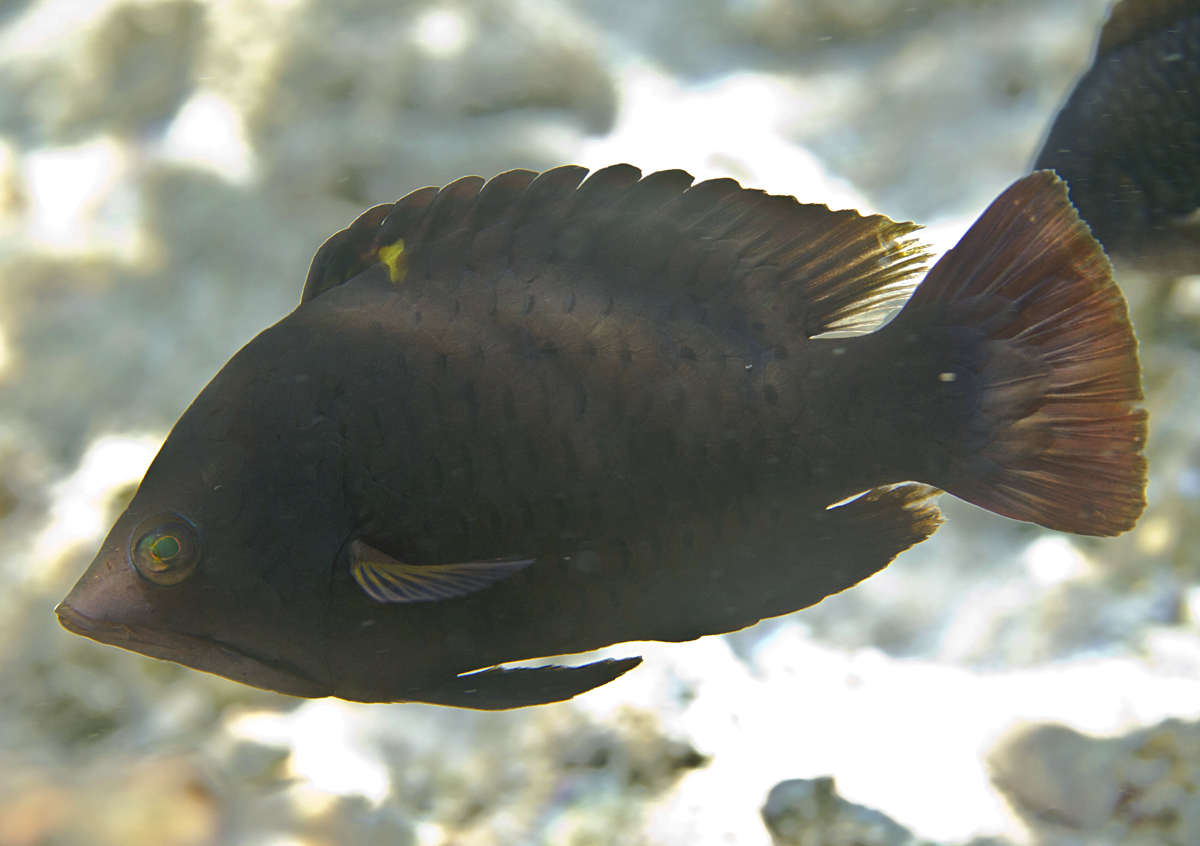
Un labre traître (Epibulus insidiator)
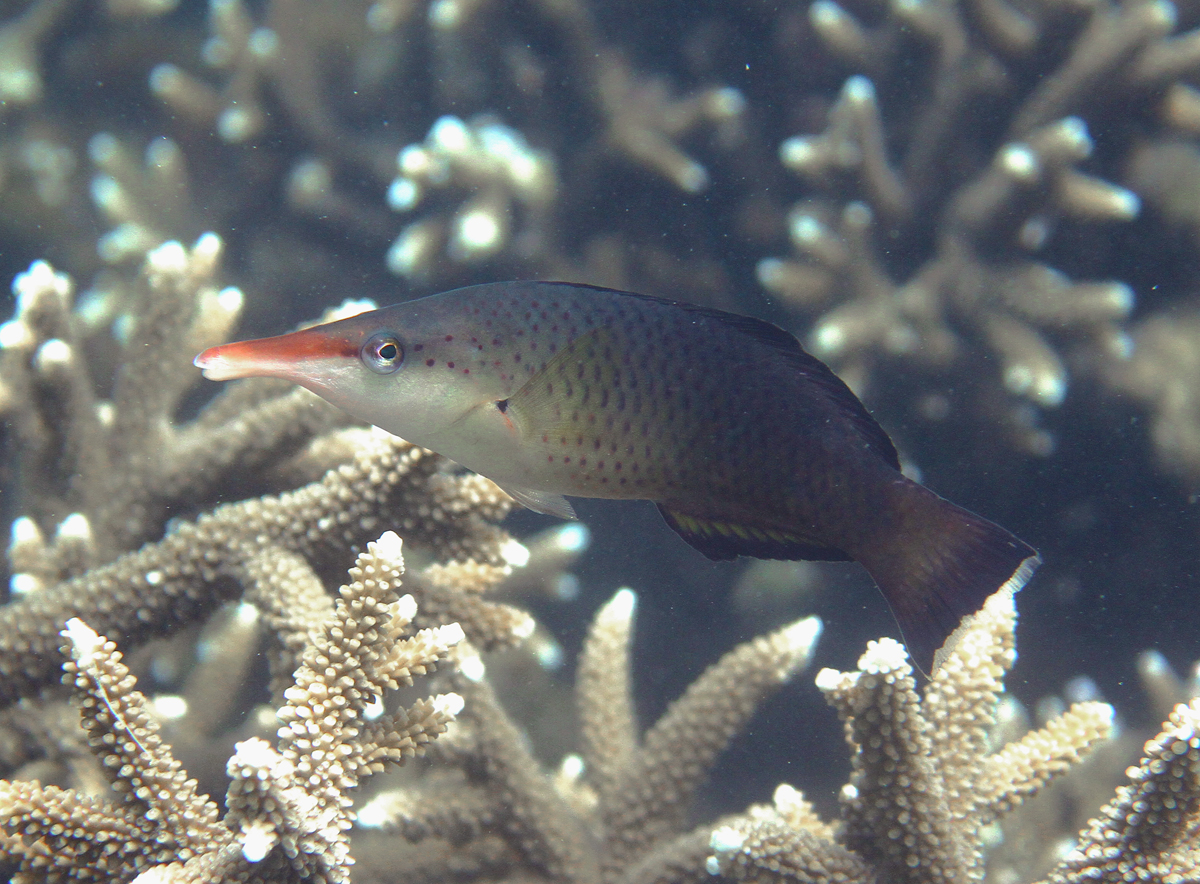
Un labre-oiseau (Gomphosus caeruleus) en phase initiale
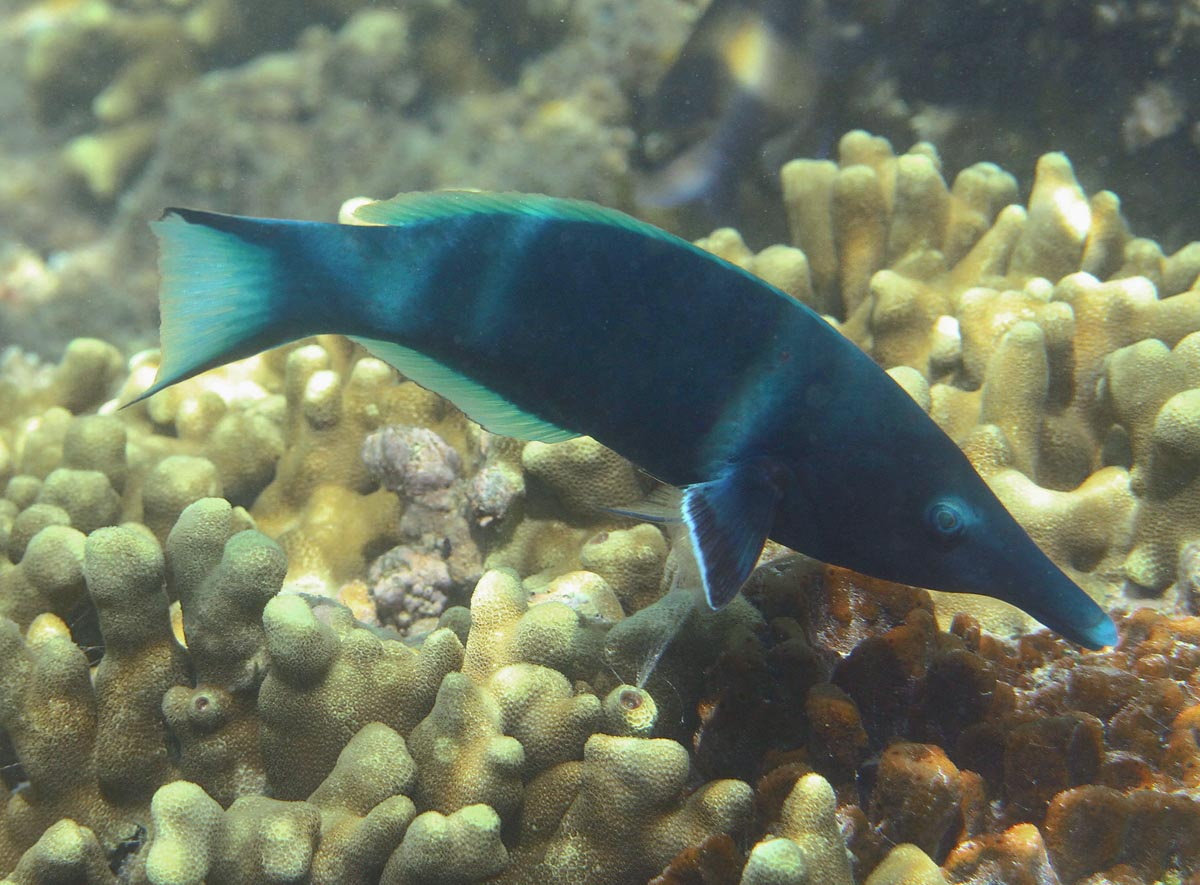
Un labre-oiseau (Gomphosus caeruleus) en phase terminale
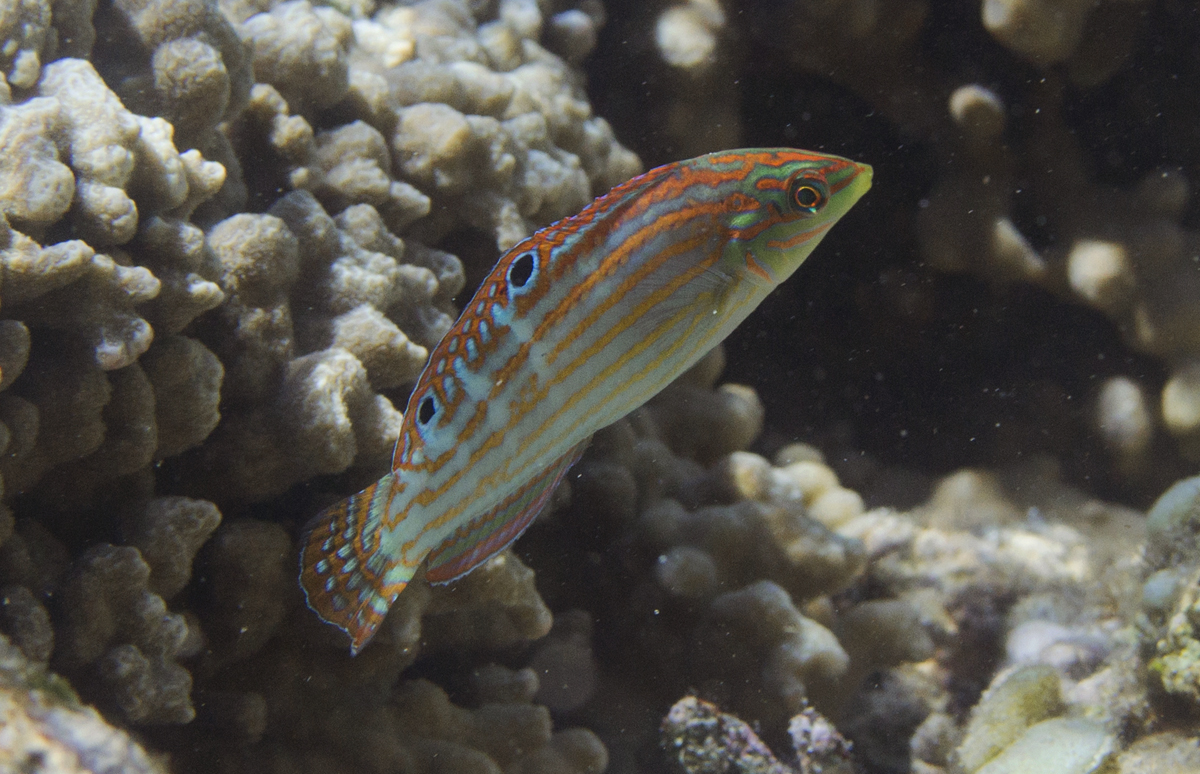
(Halichoeres cosmetus)
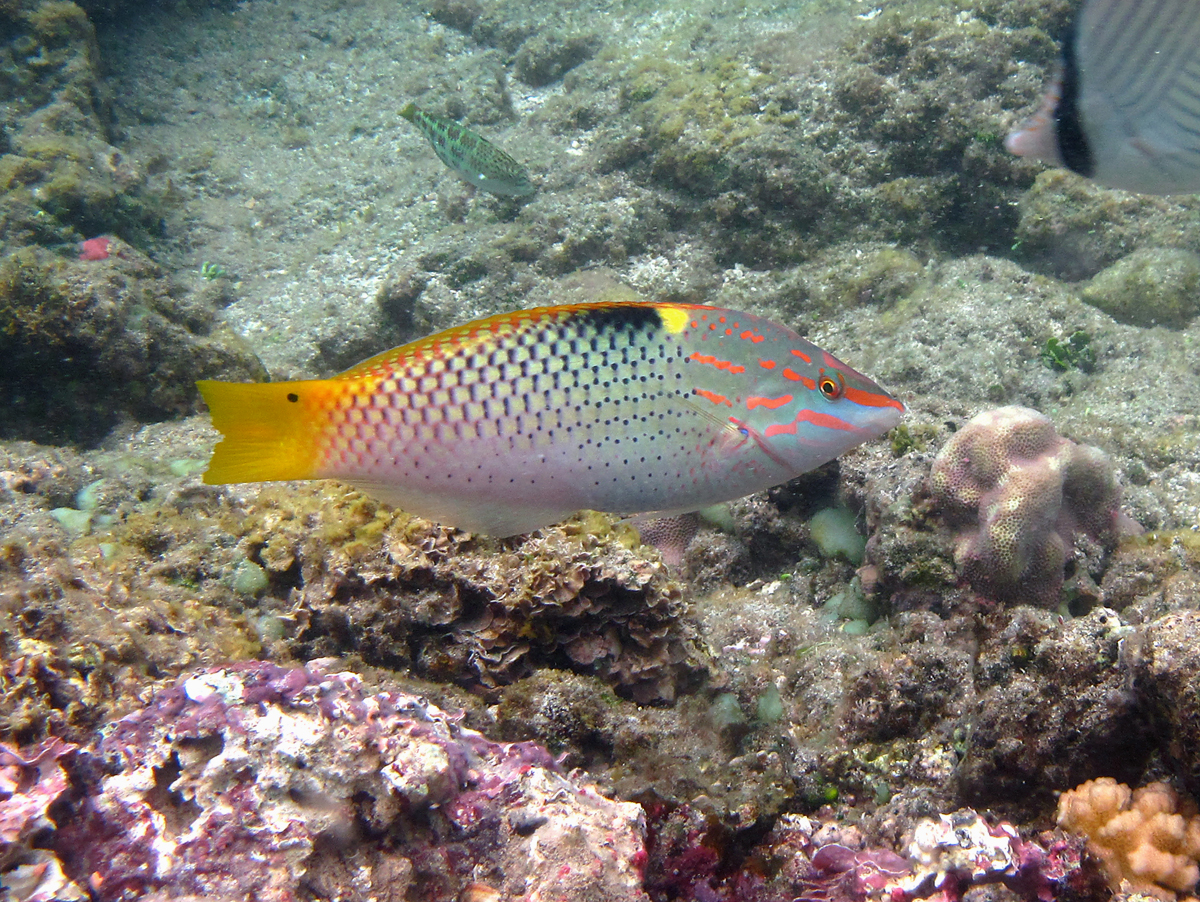
Un labre échiquier (Halichoeres hortulanus) en phase initiale
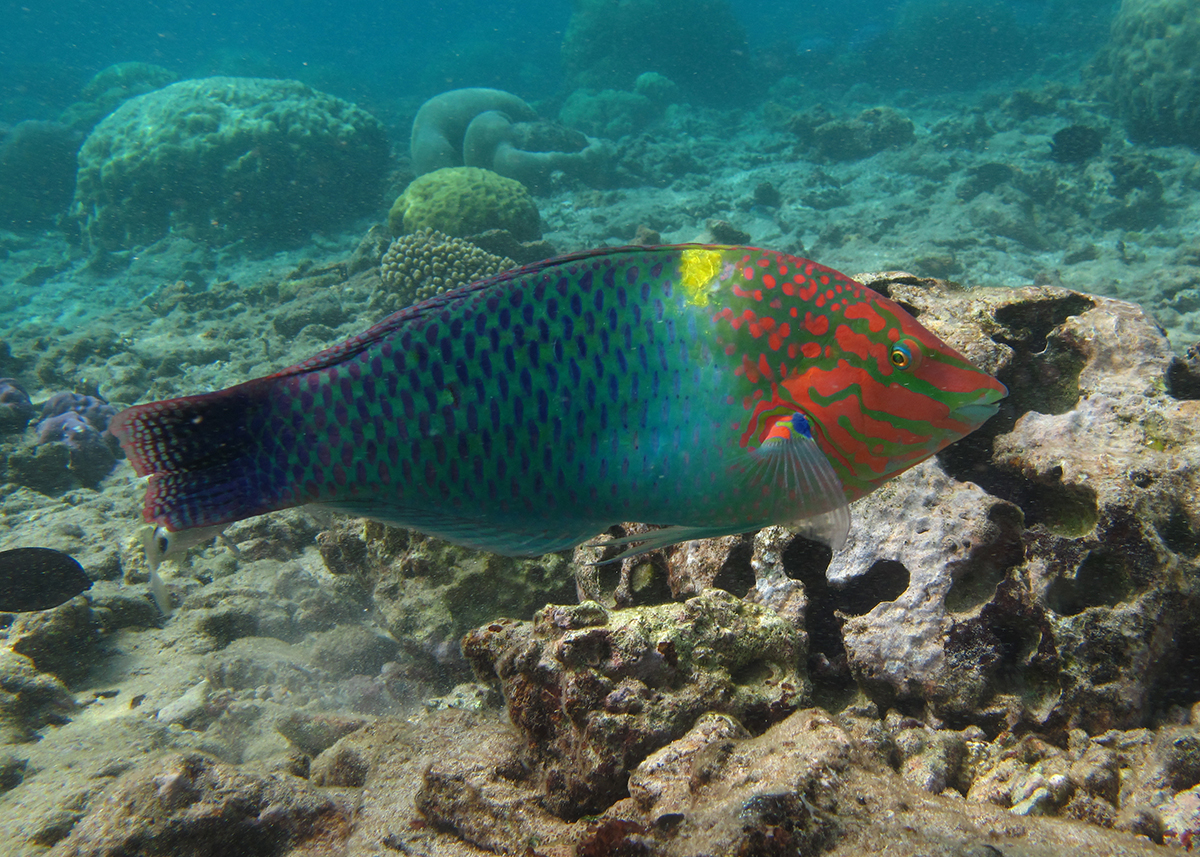
Un labre échiquier (Halichoeres hortulanus) en phase terminale
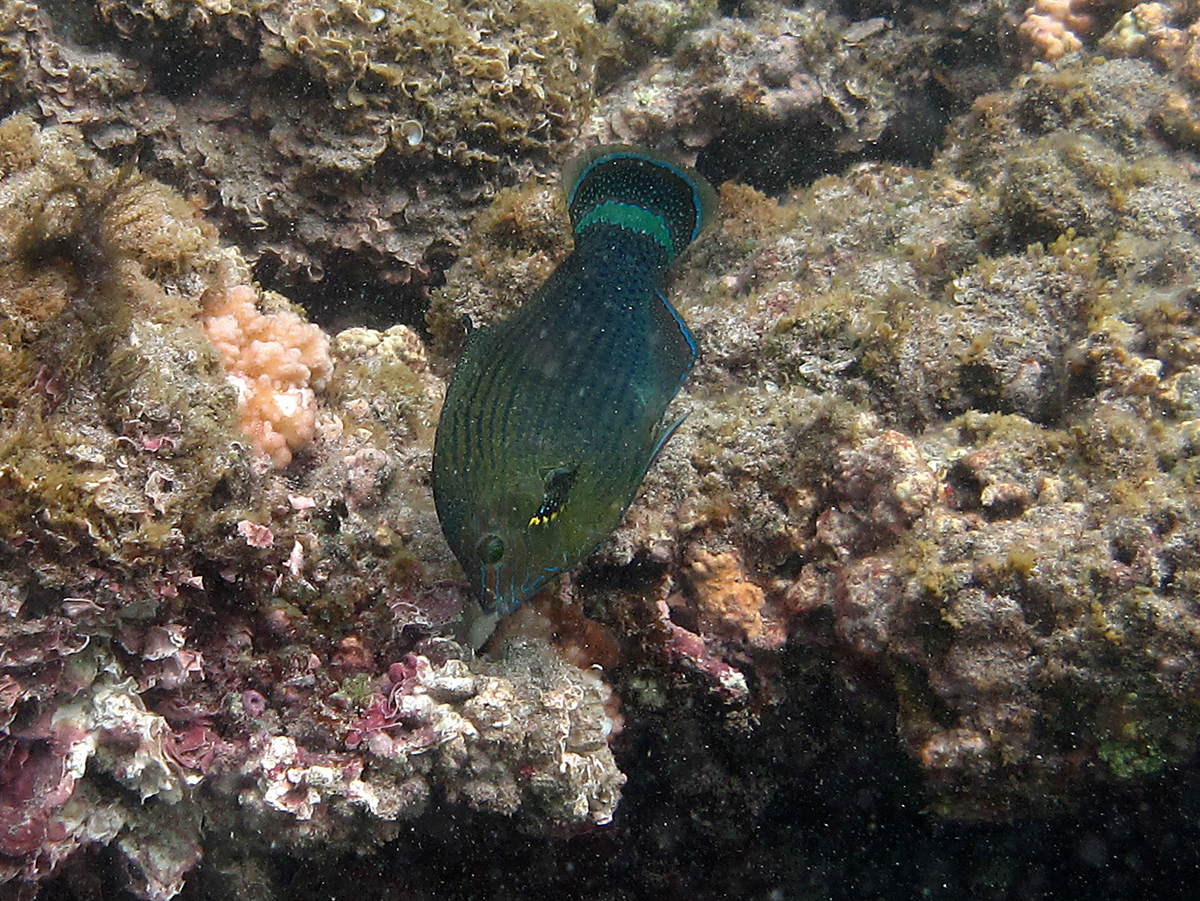
Un labre obscur (Halichoeres marginatus) en phase terminale
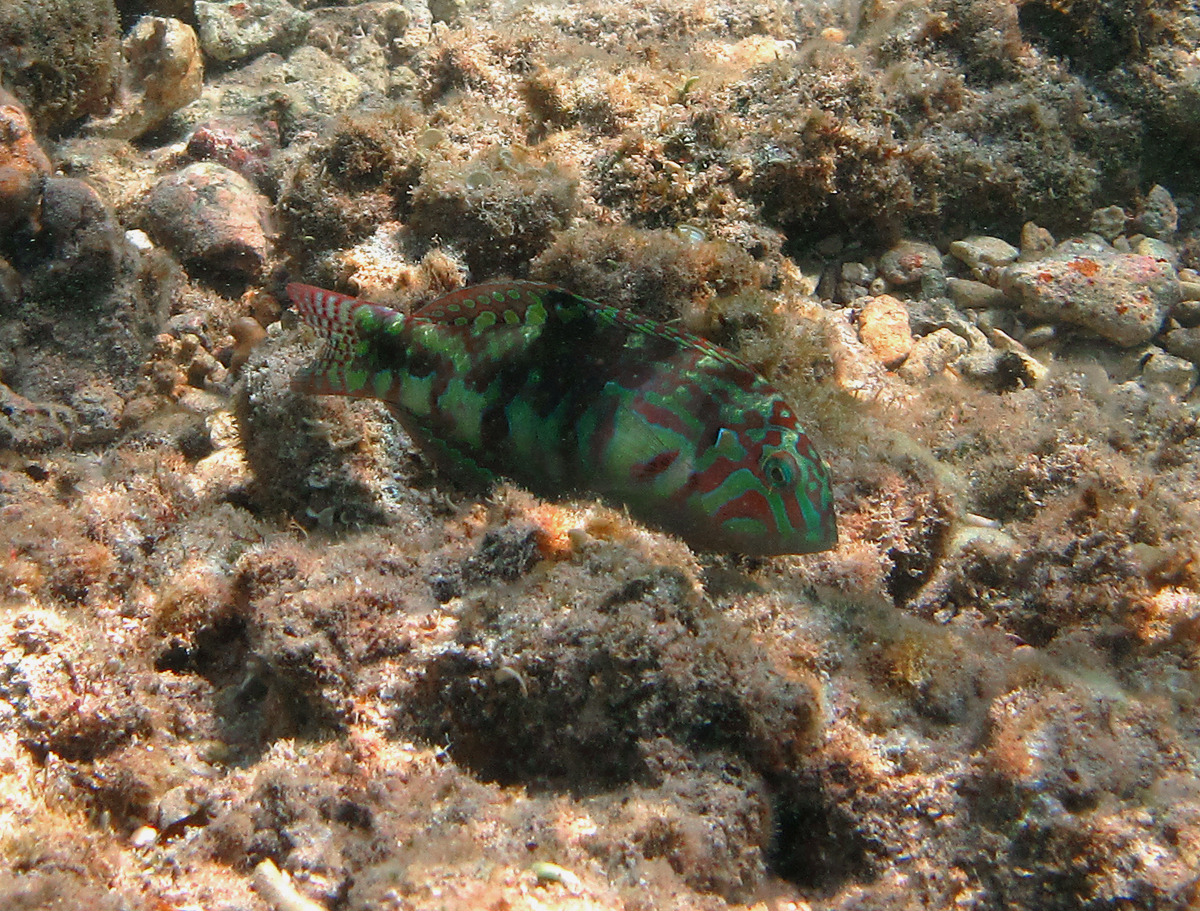
Un labre nébuleux (Halichoeres nebulosus)
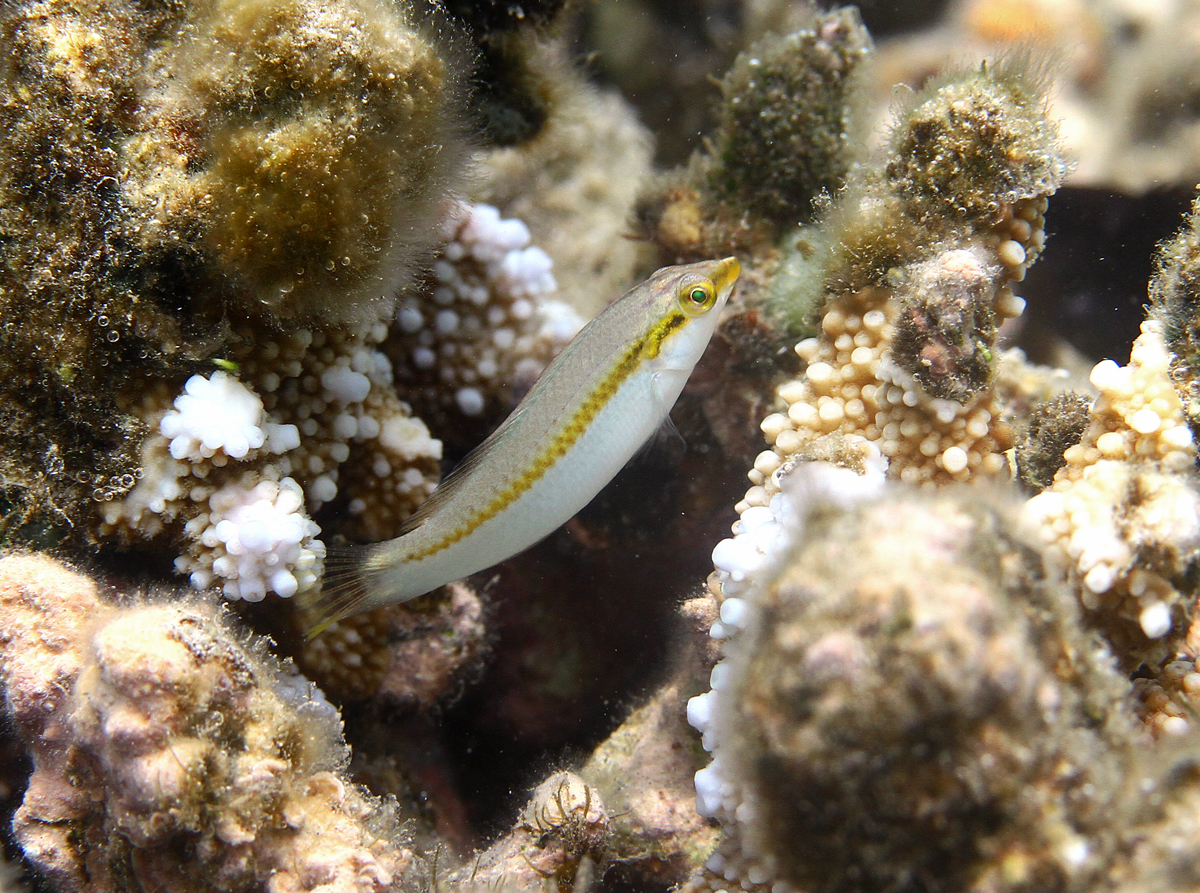
Un labre zig-zag (Halichoeres scapularis) en phase initiale
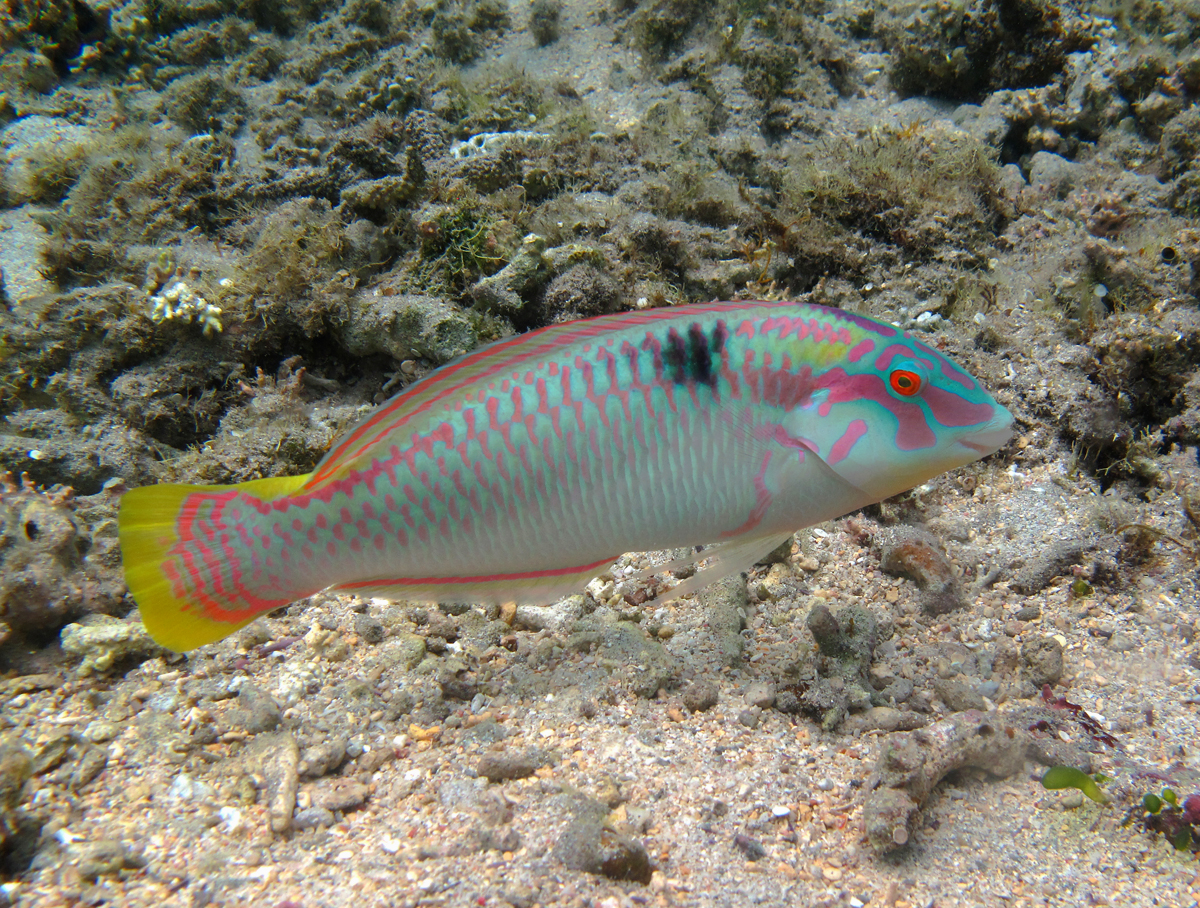
Un labre zig-zag (Halichoeres scapularis) en phase terminale
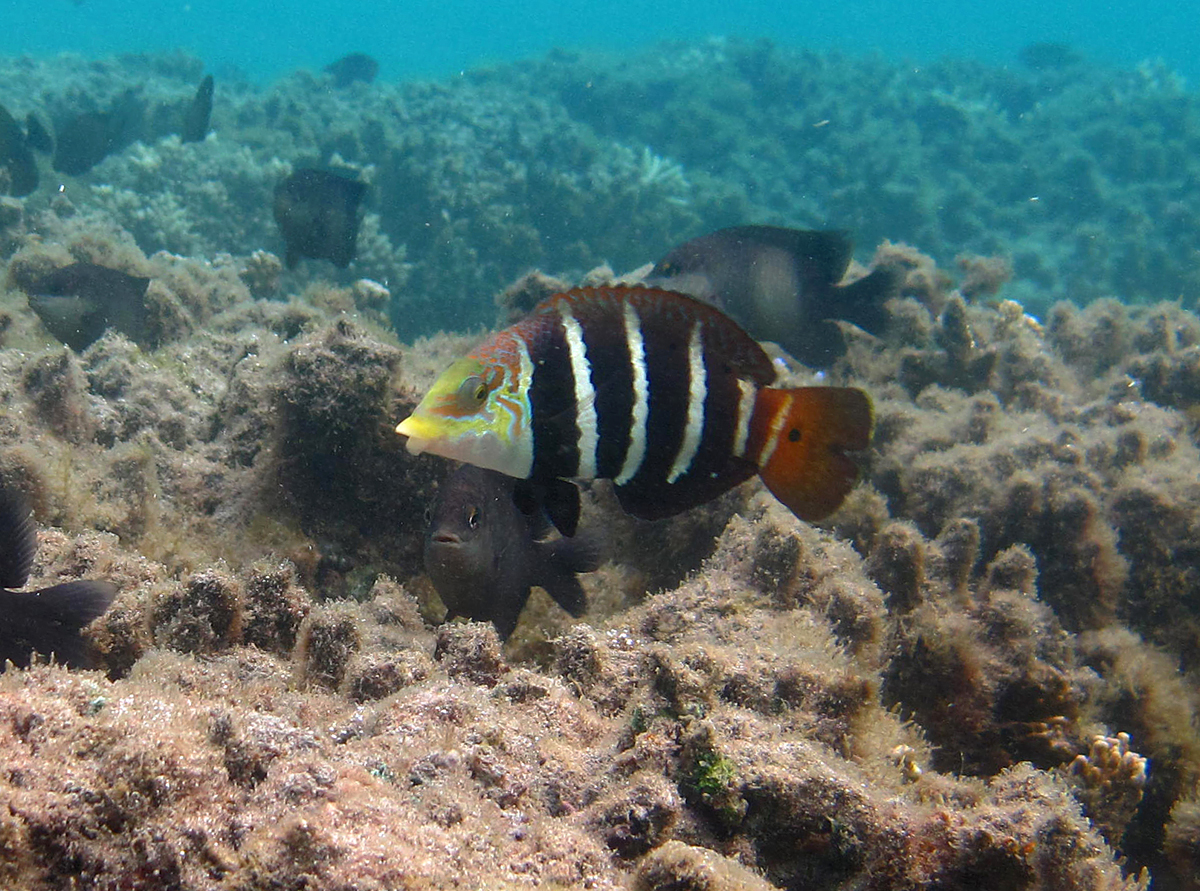
Un tamarin à bandes (Hemigymnus fasciatus)
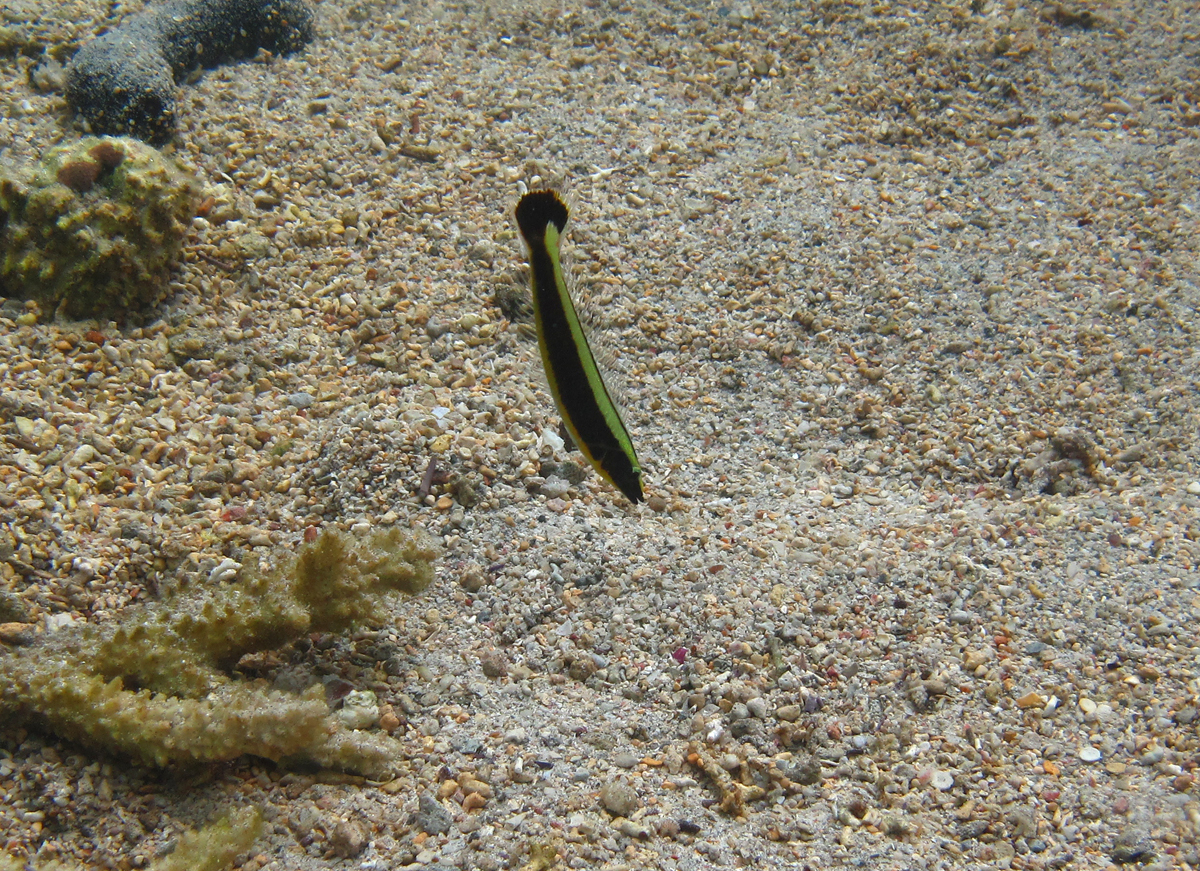
Un labre annelé (Hologymnosus annulatus) juvénile
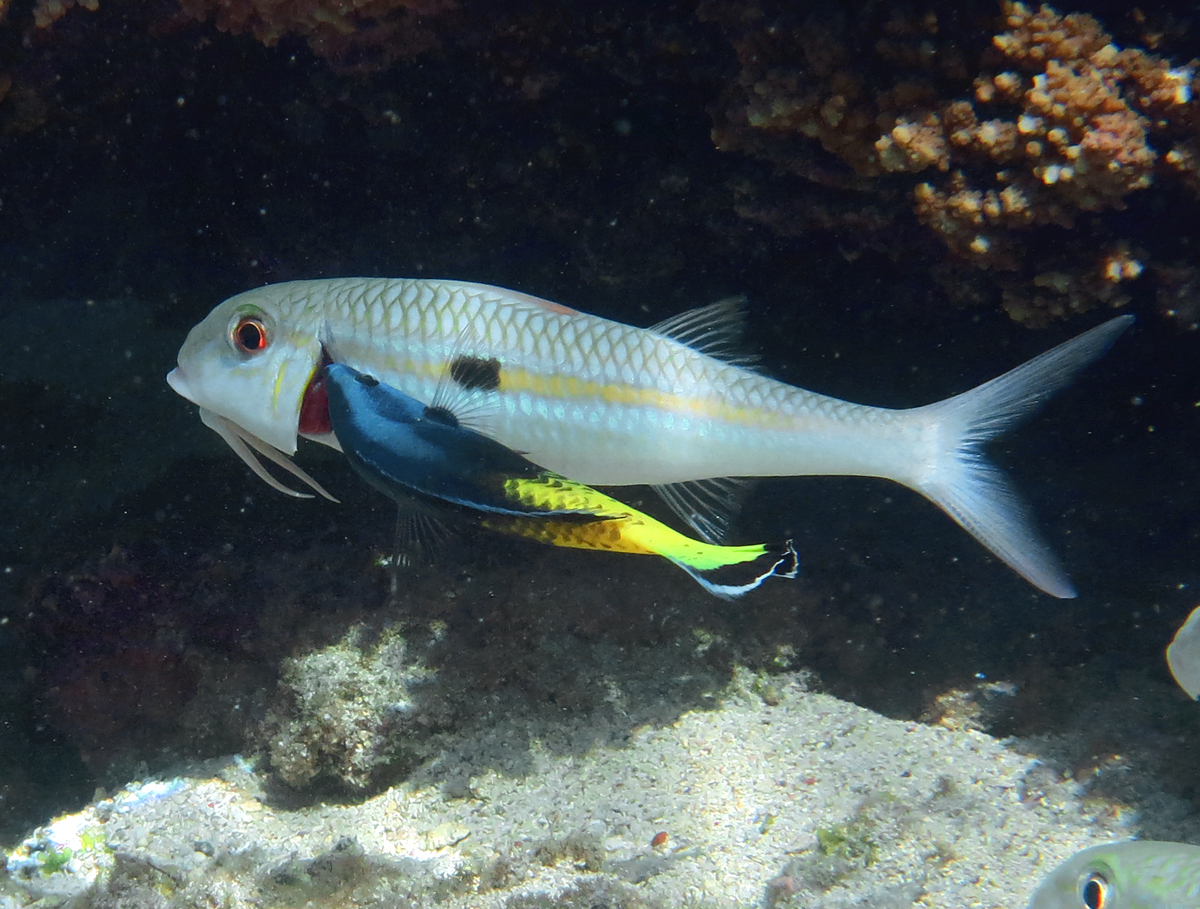
Un labre nettoyeur à queue jaune (Labroides bicolor) en train de déparasiter un Mulloidichthys flavolineatus
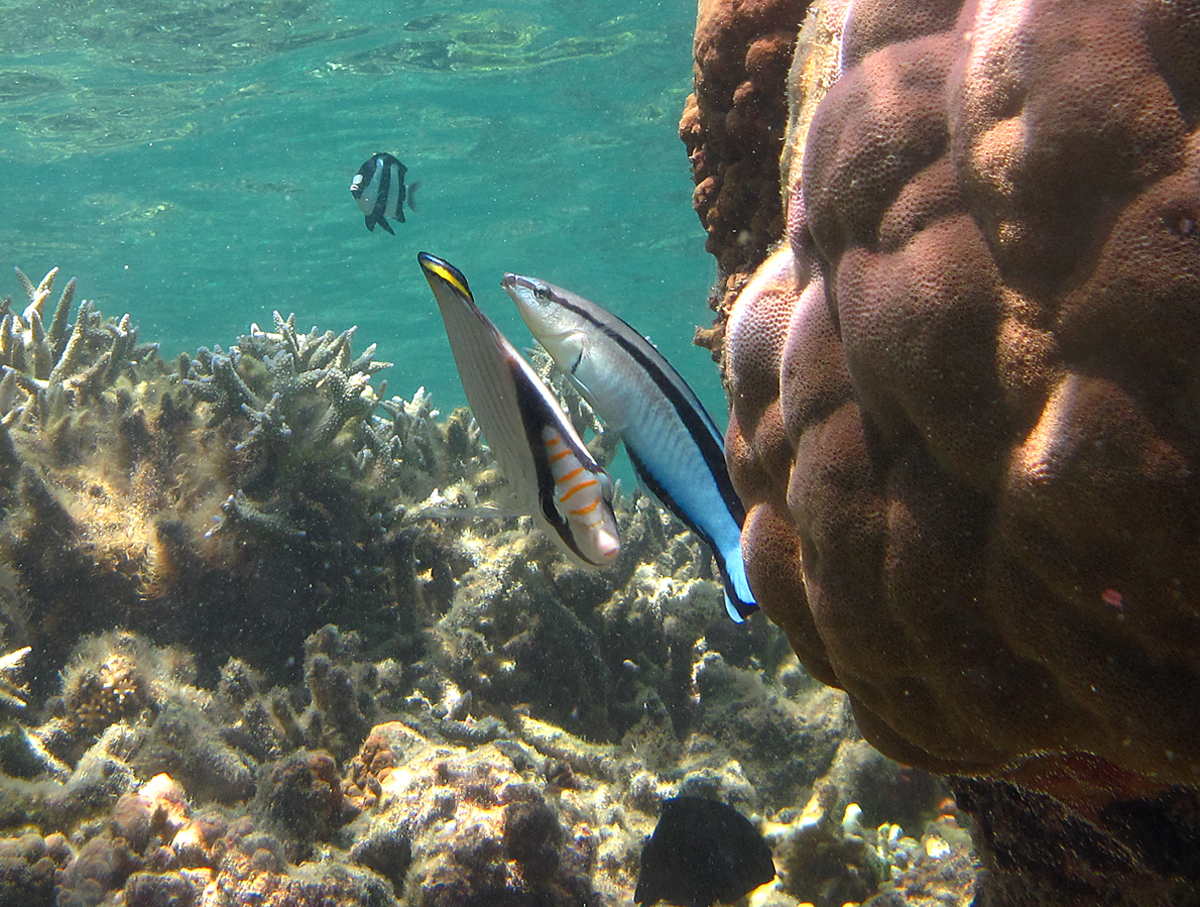
Un labre nettoyeur (Labroides dimidiatus) se préparant à déparasiter un Chaetodon vagabundus
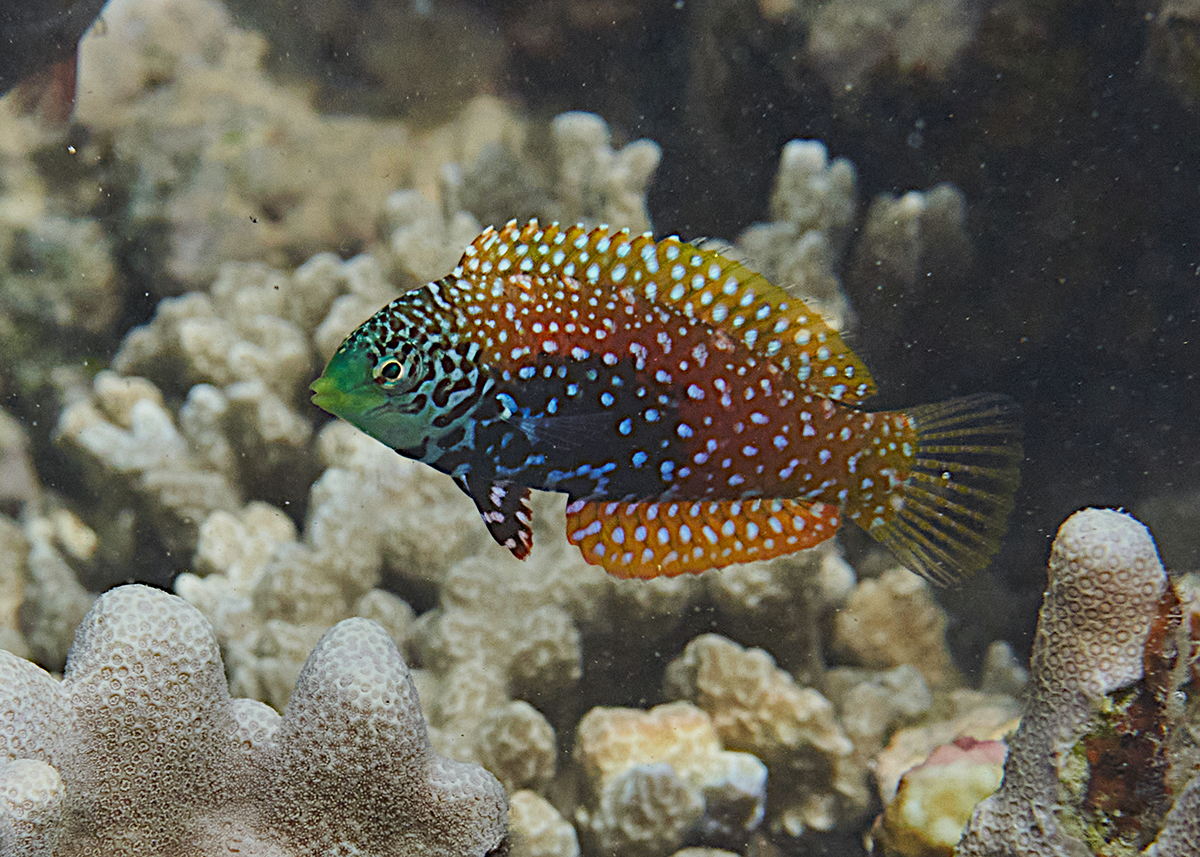
Une girelle-diamant (Macropharyngodon bipartitus) en phase initiale
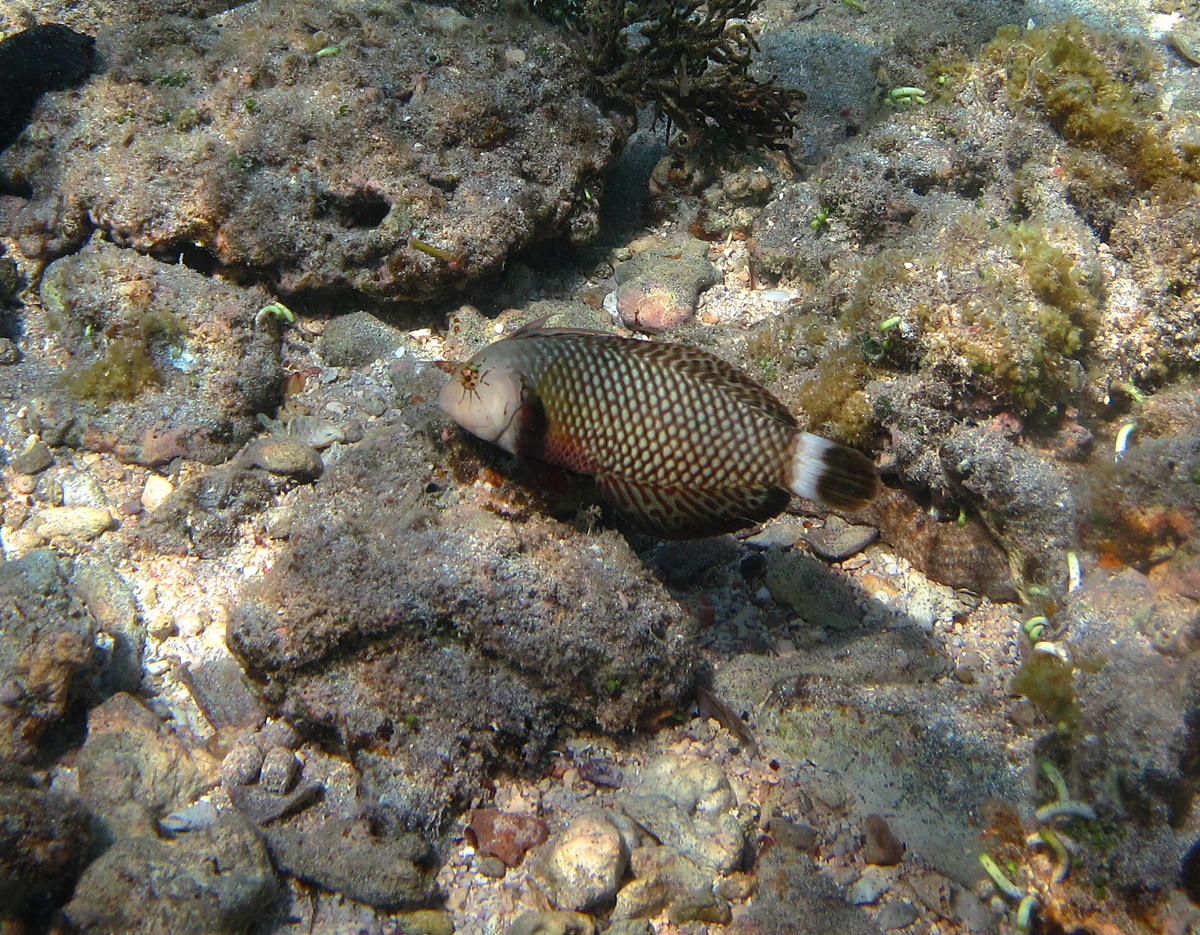
Un labre-rasoir masqué (Novaculichthys taeniourus)
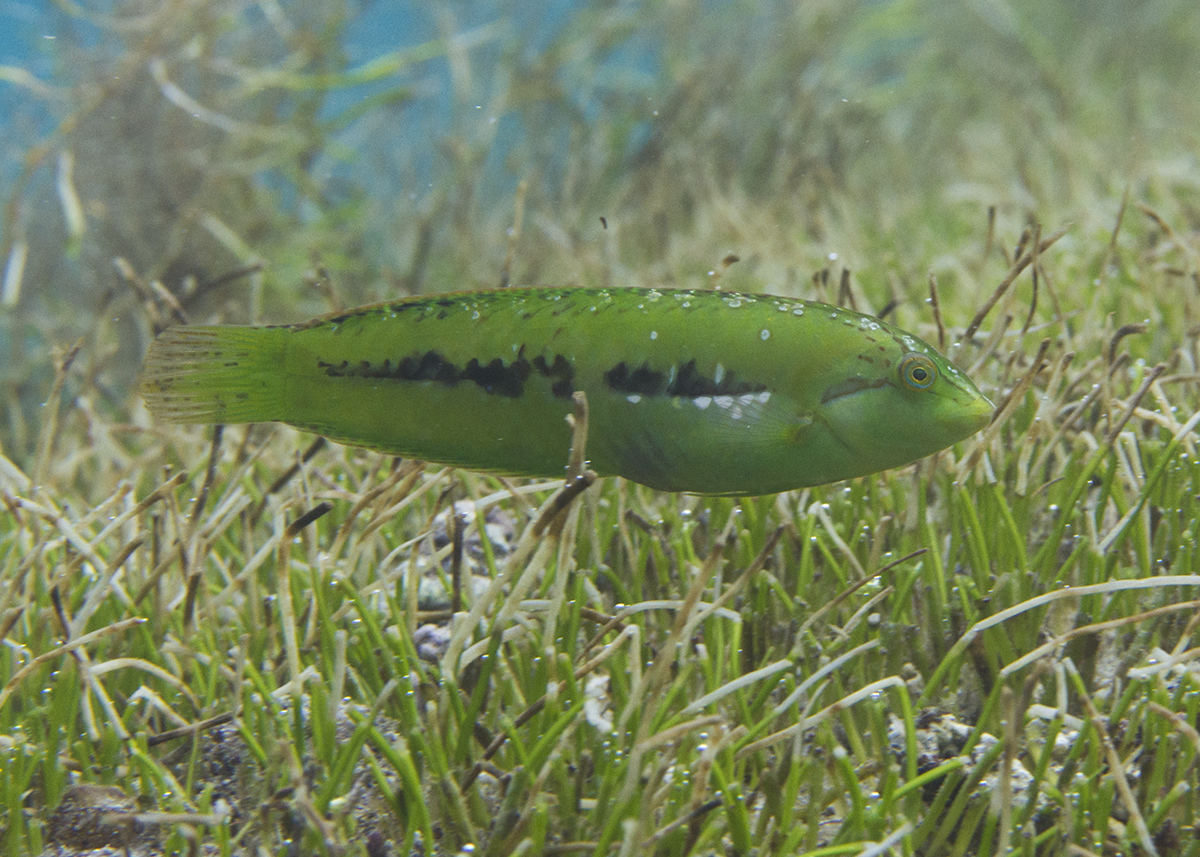
Un labre des herbiers Novaculoides macrolepidotus en phase initiale
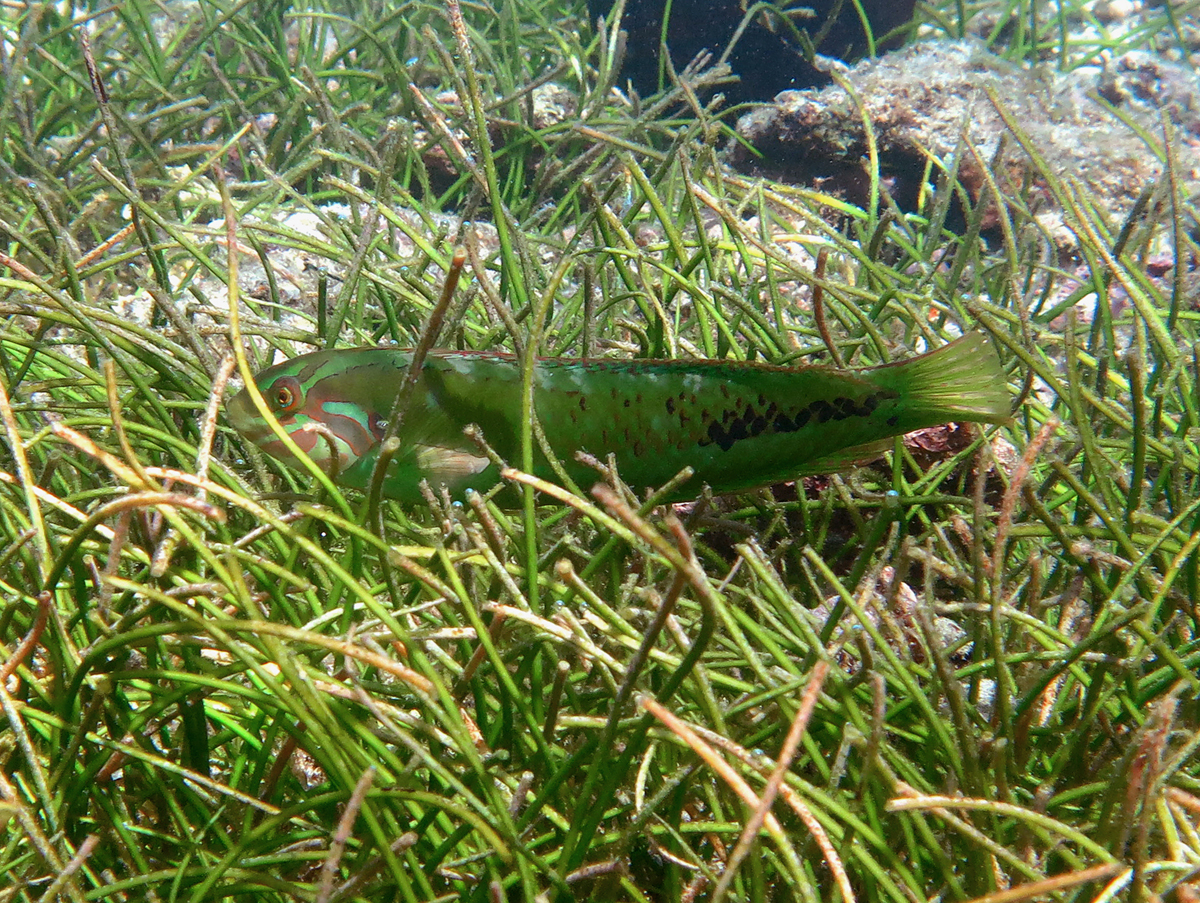
Un labre des herbiers Novaculoides macrolepidotus en phase terminale
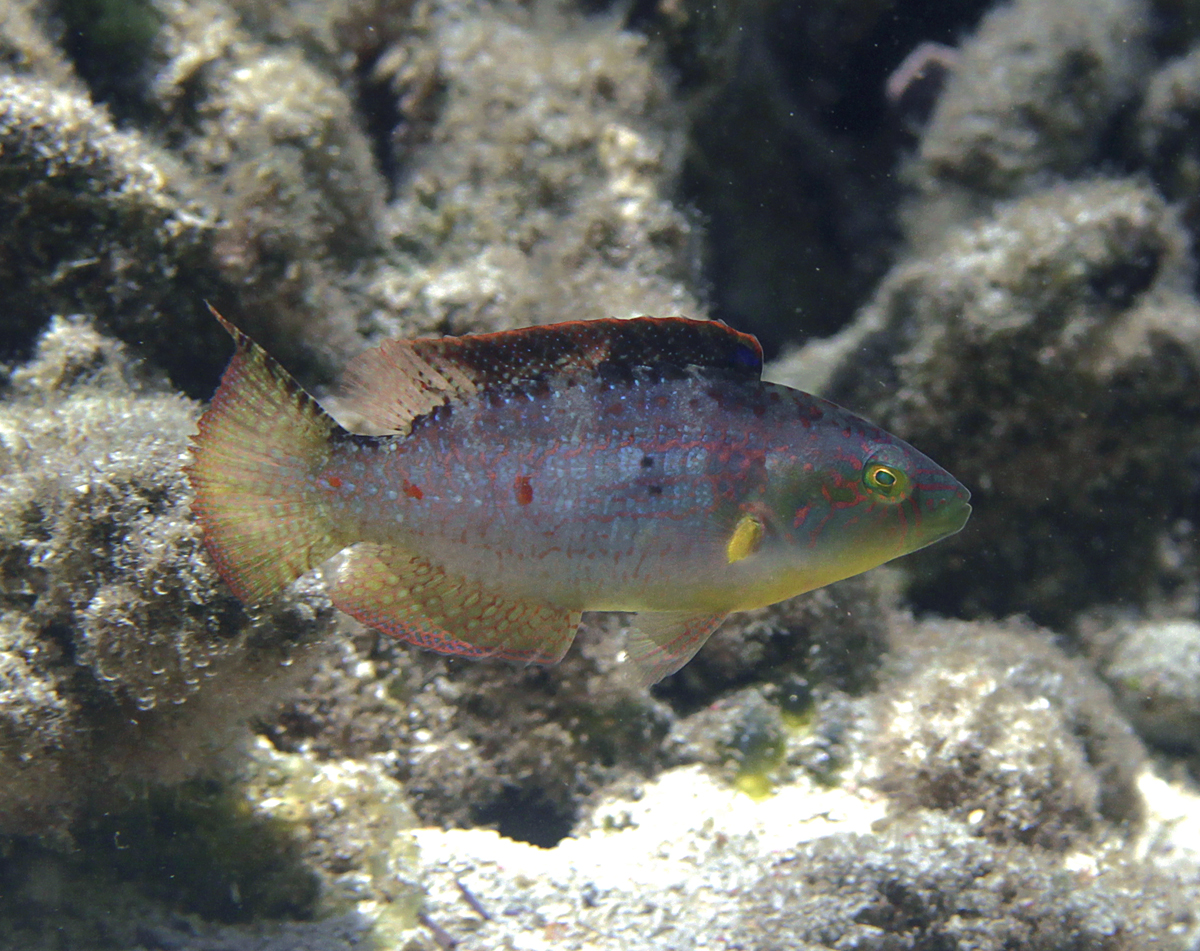
Un labre à queue de comète (Oxycheilinus bimaculatus)
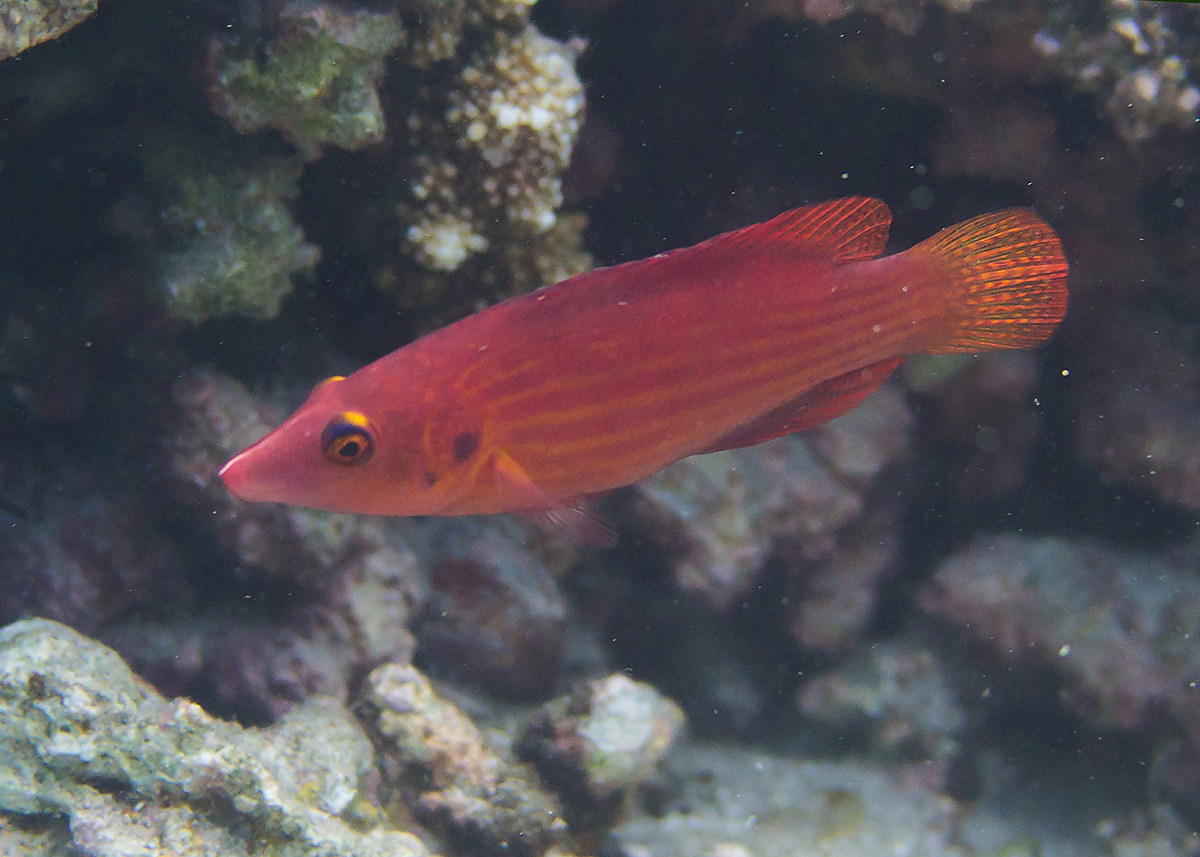
Pseudocheilinus dispilus terminal
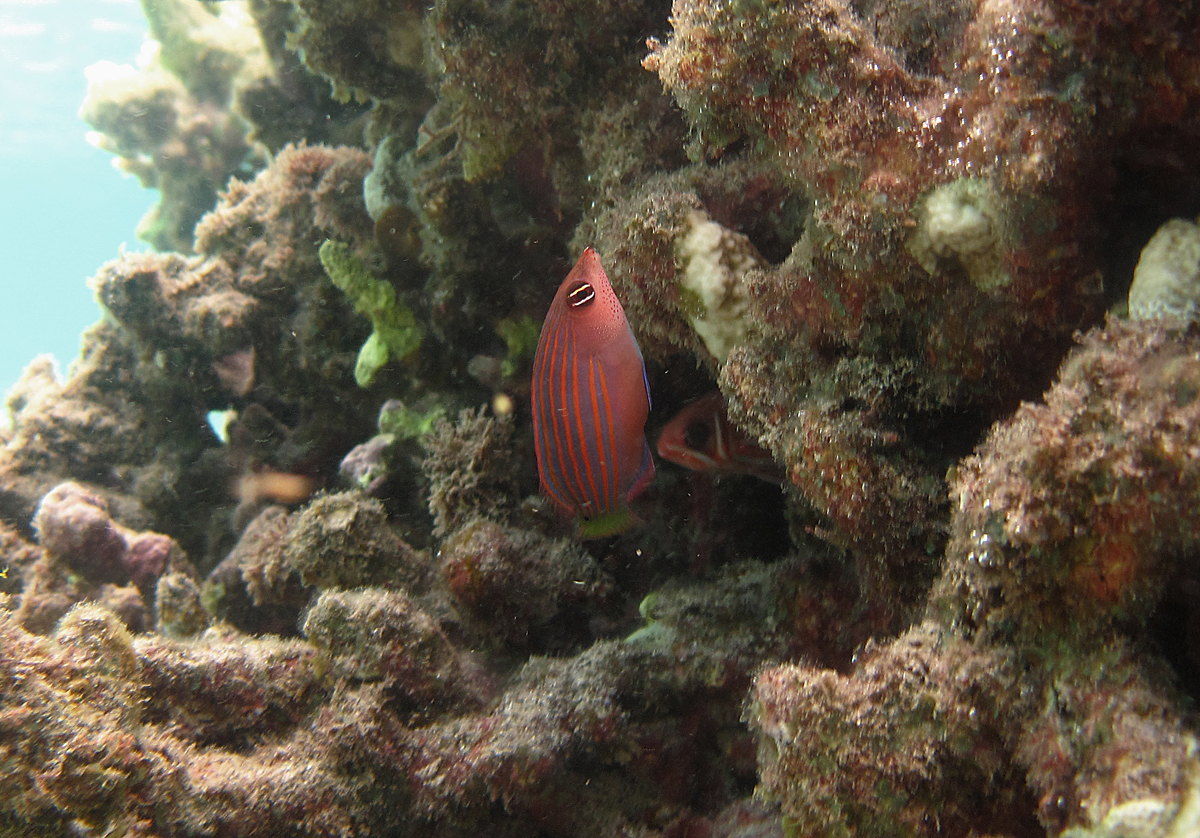
Un labre à six lignes (Pseudocheilinus hexataenia)
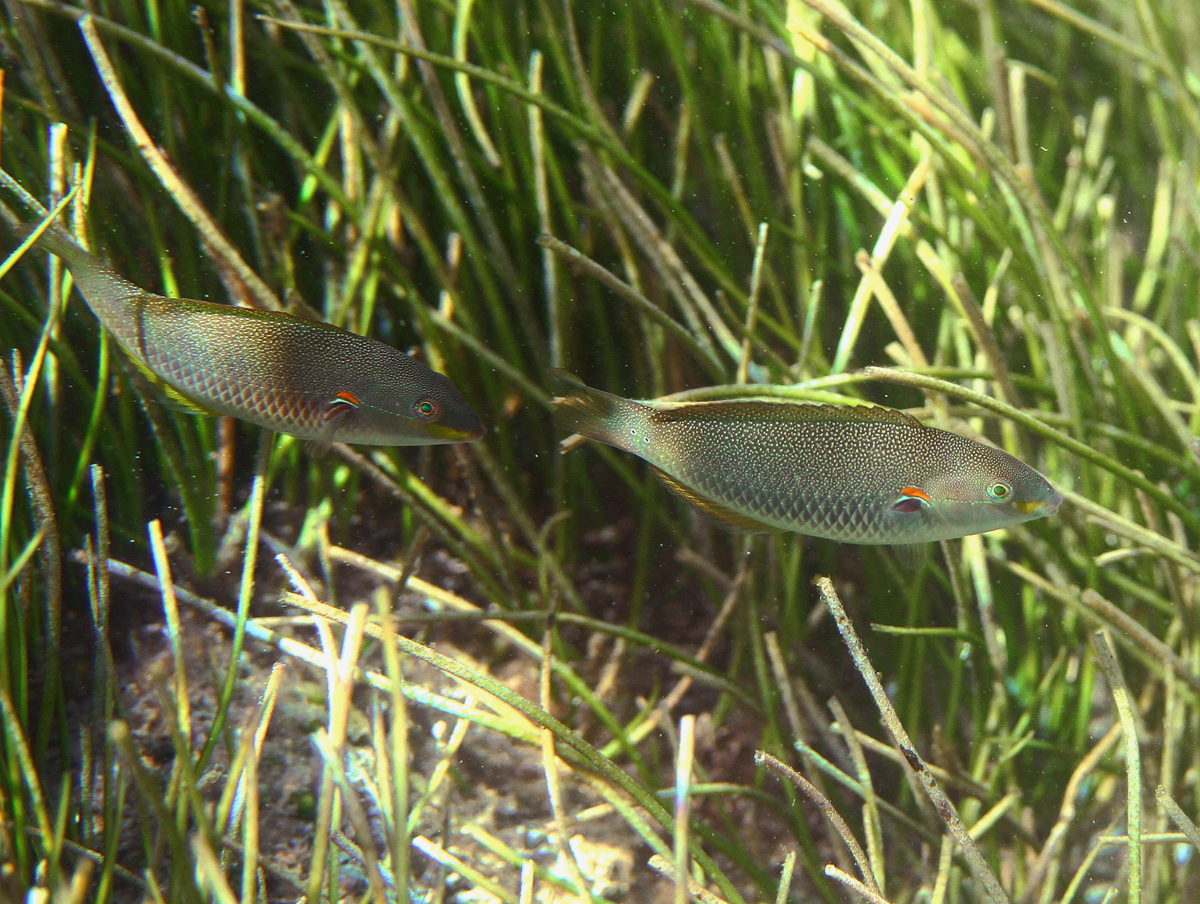
Un labre ruban à lignes bleues (Stethojulis albovittata) en phase initiale
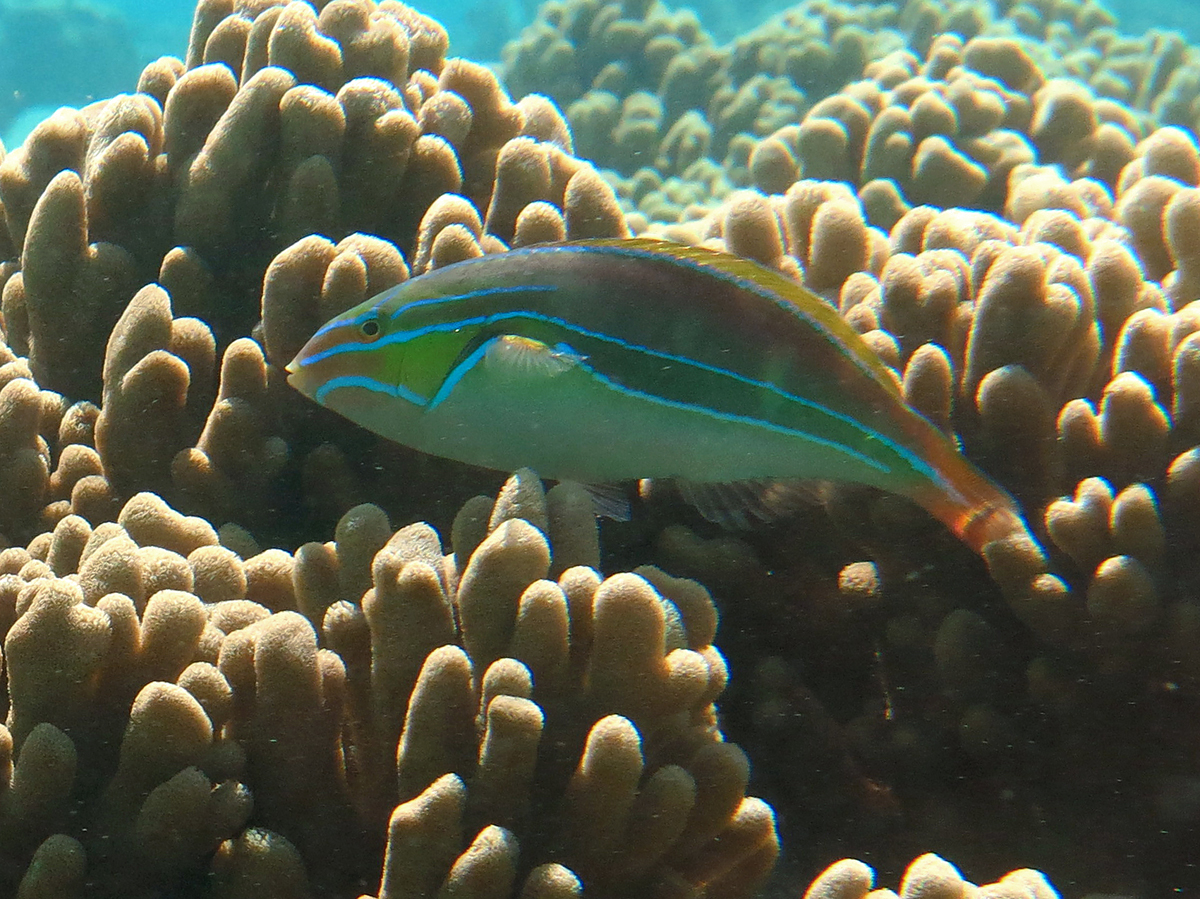
Un labre ruban à lignes bleues (Stethojulis albovittata) en phase terminale
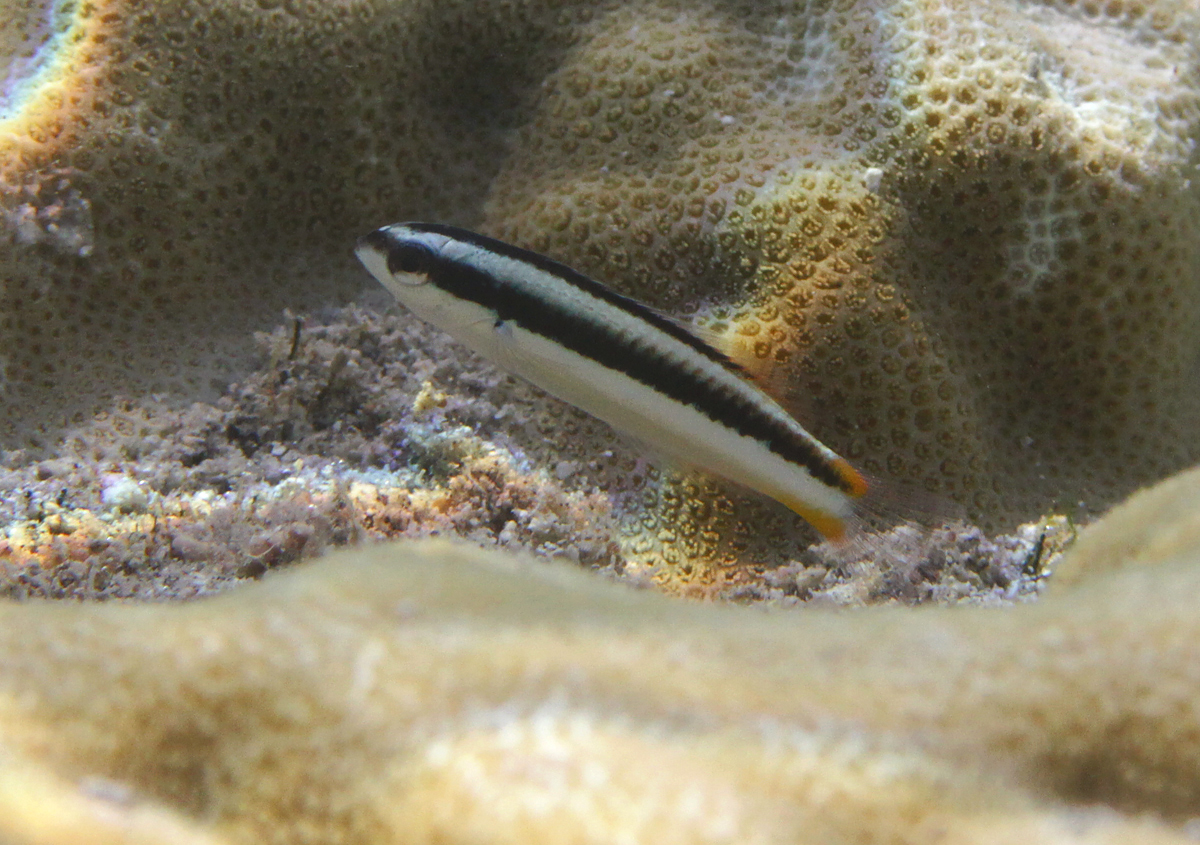
Thalassoma amblycephalum juvénile
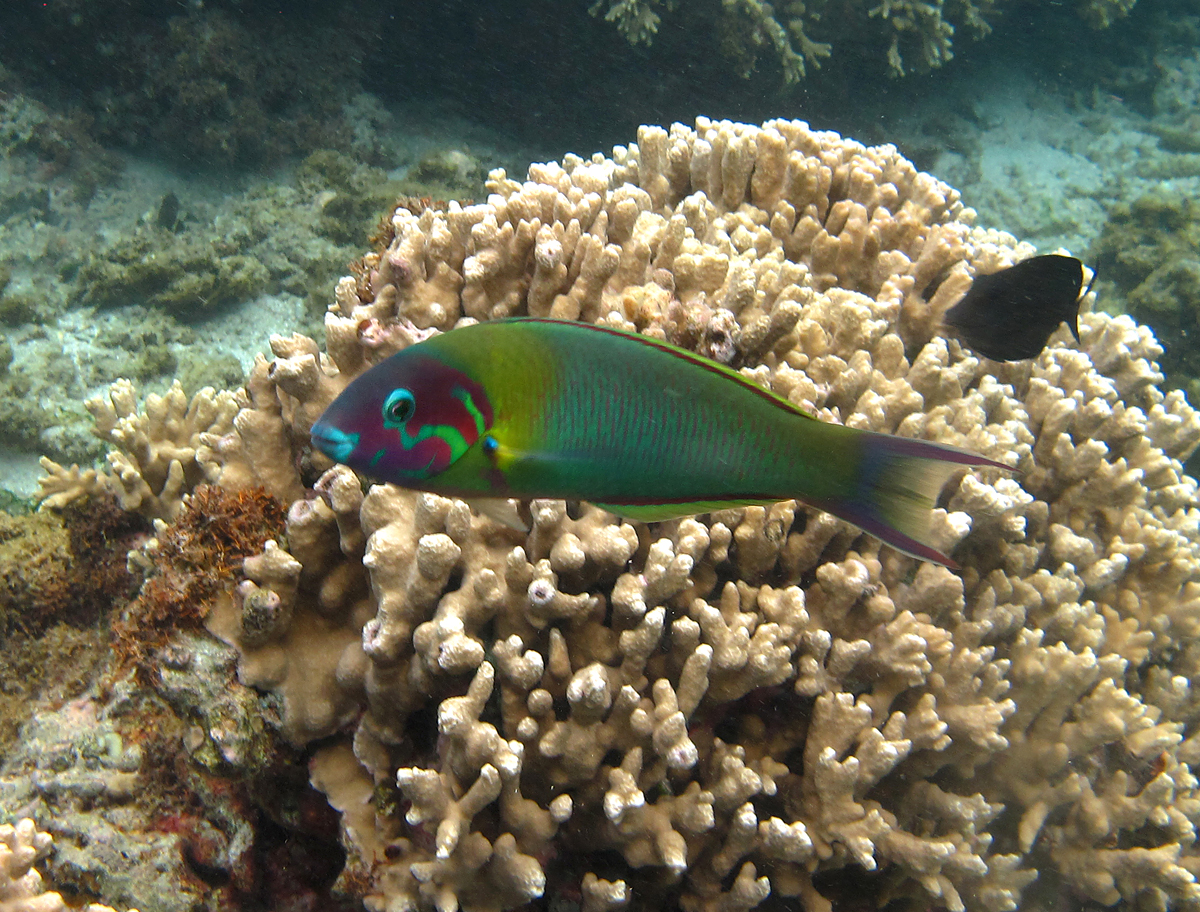
Une girelle-paon bariolée (Thalassoma genivittatum)
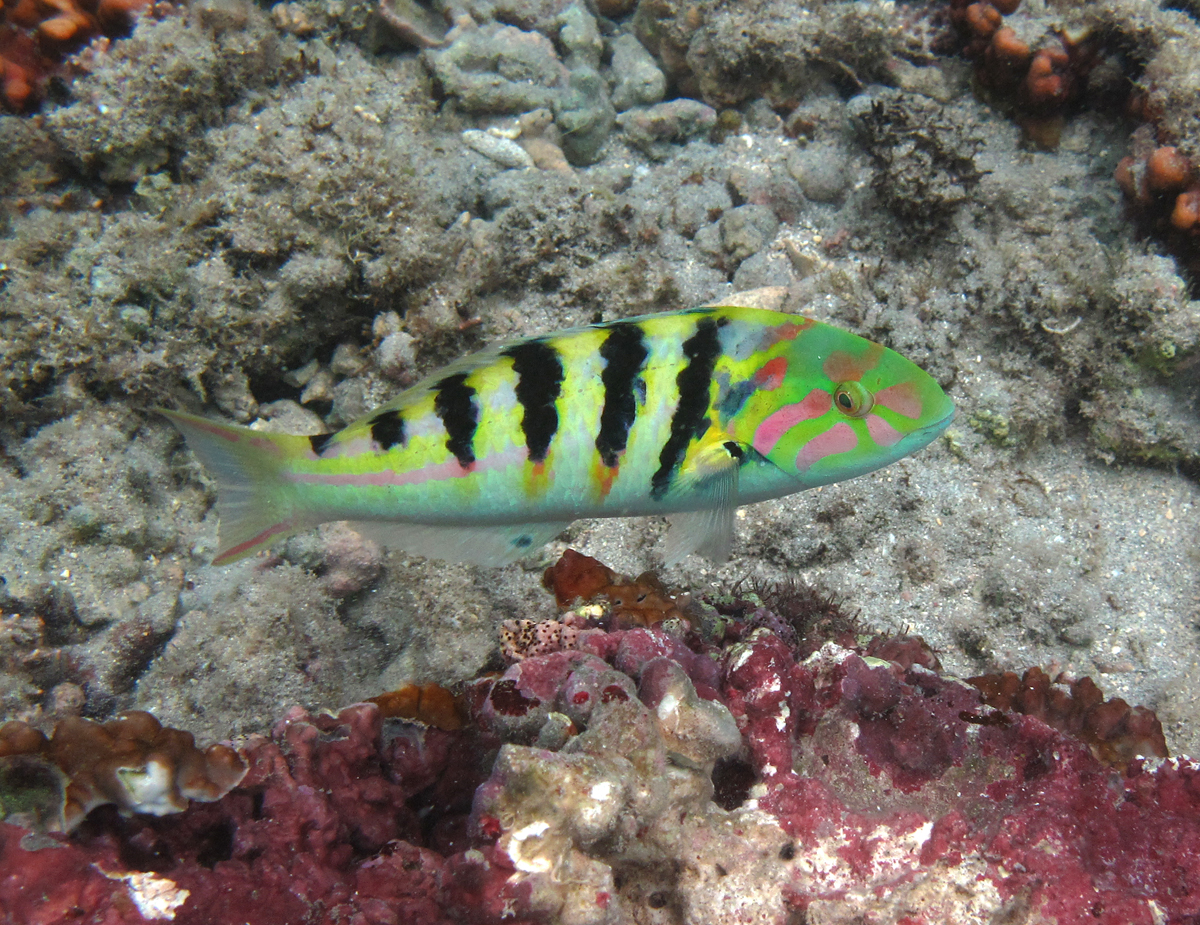
Une girelle-paon à taches d'encre (Thalassoma hardwicke)
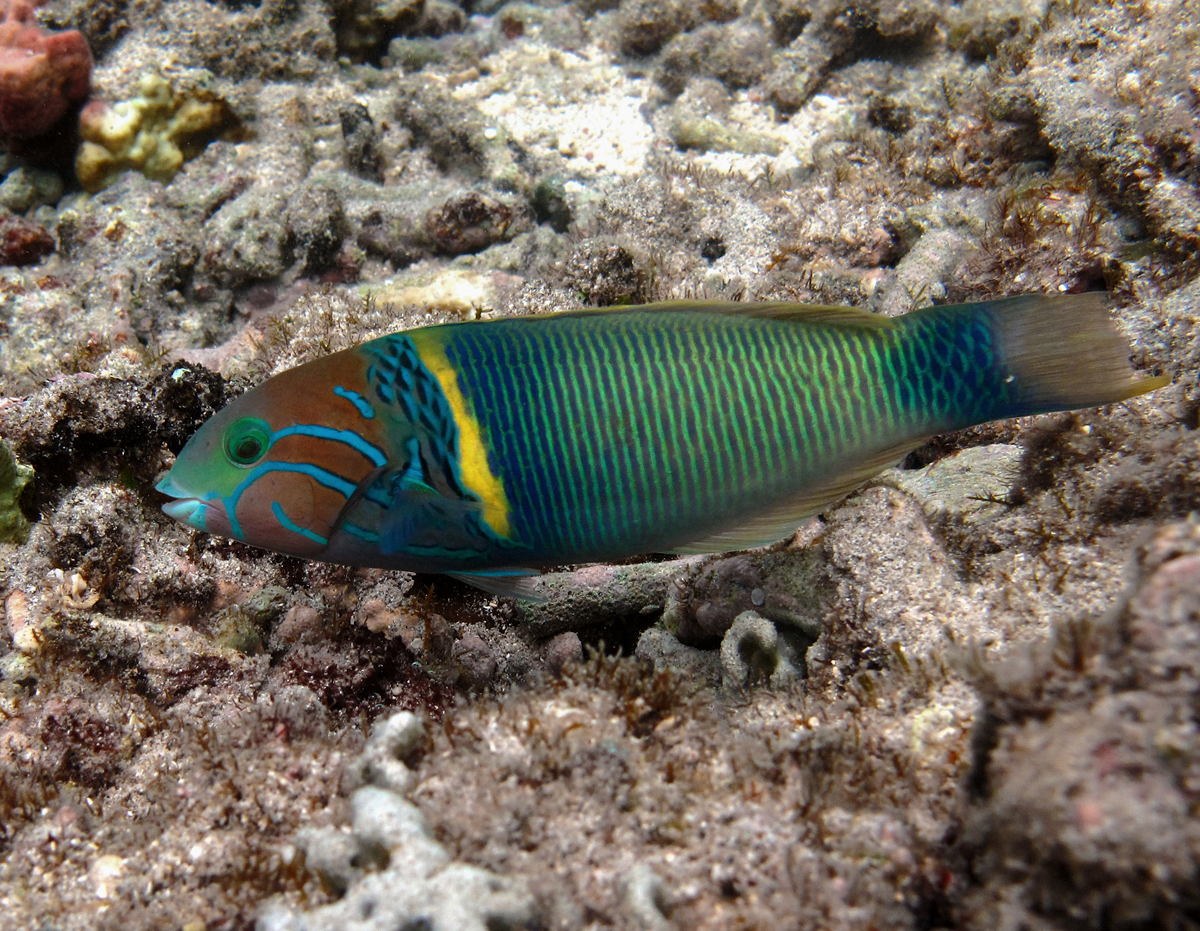
Une girelle-paon à épaules jaunes (Thalassoma hebraicum)
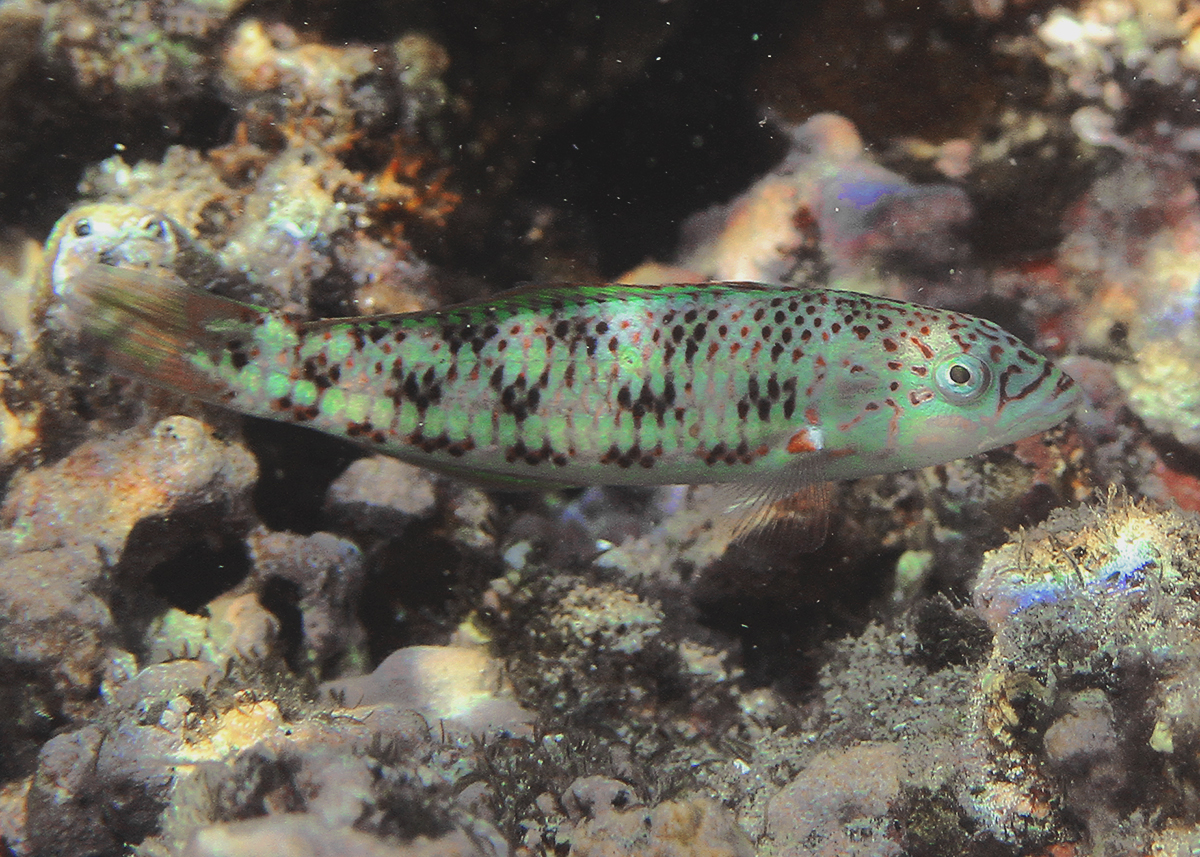
Un labre pourpre (Thalassoma purpureum), jeune individu en phase initiale
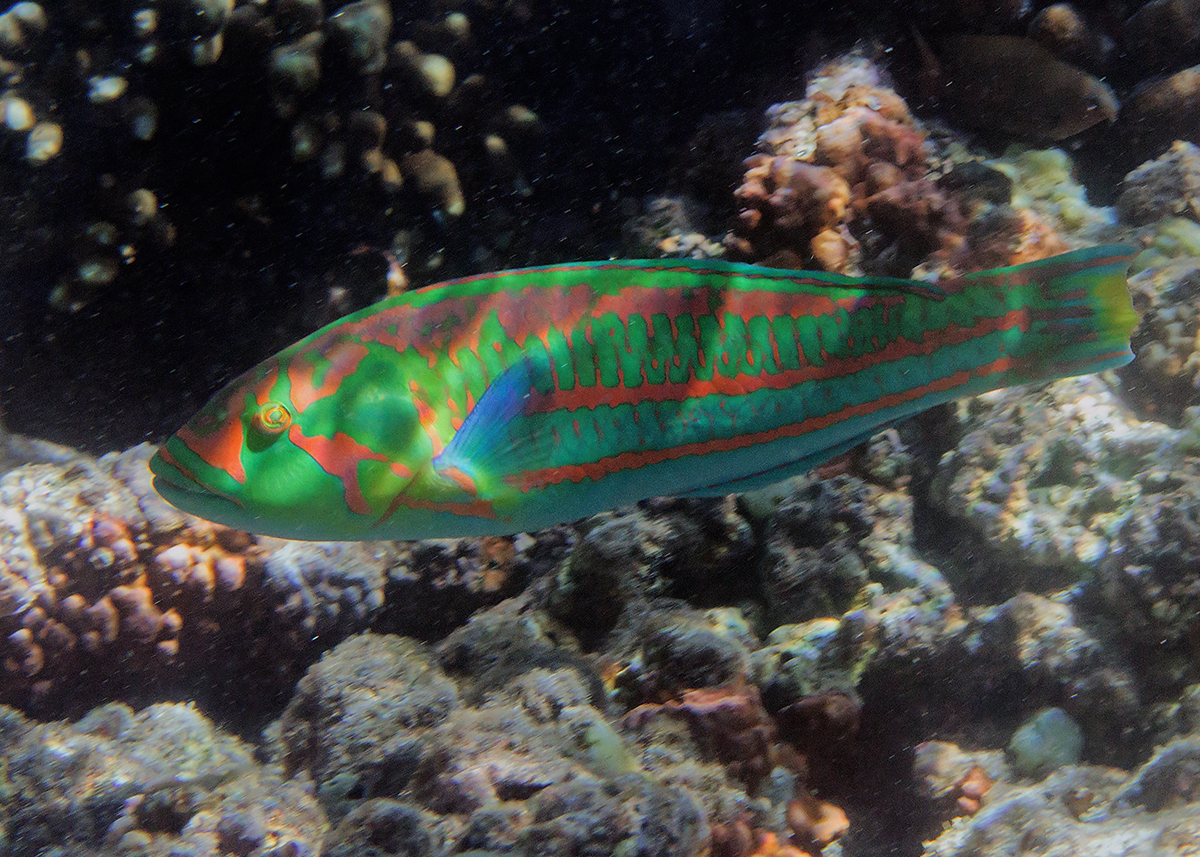
Un labre pourpre (Thalassoma purpureum) en phase terminale
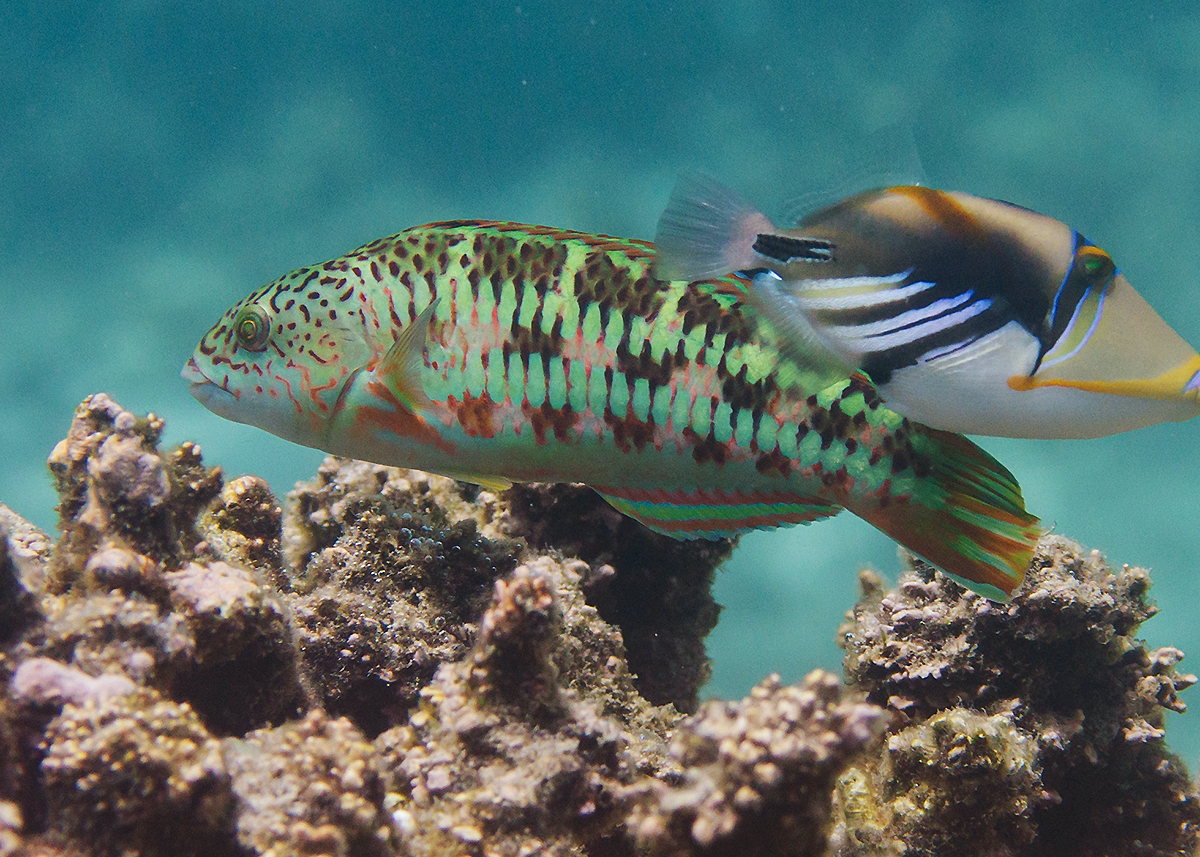
Une girelle-paon clown (Thalassoma trilobatum) en phase initiale (très proche de celle de T. purpureum)
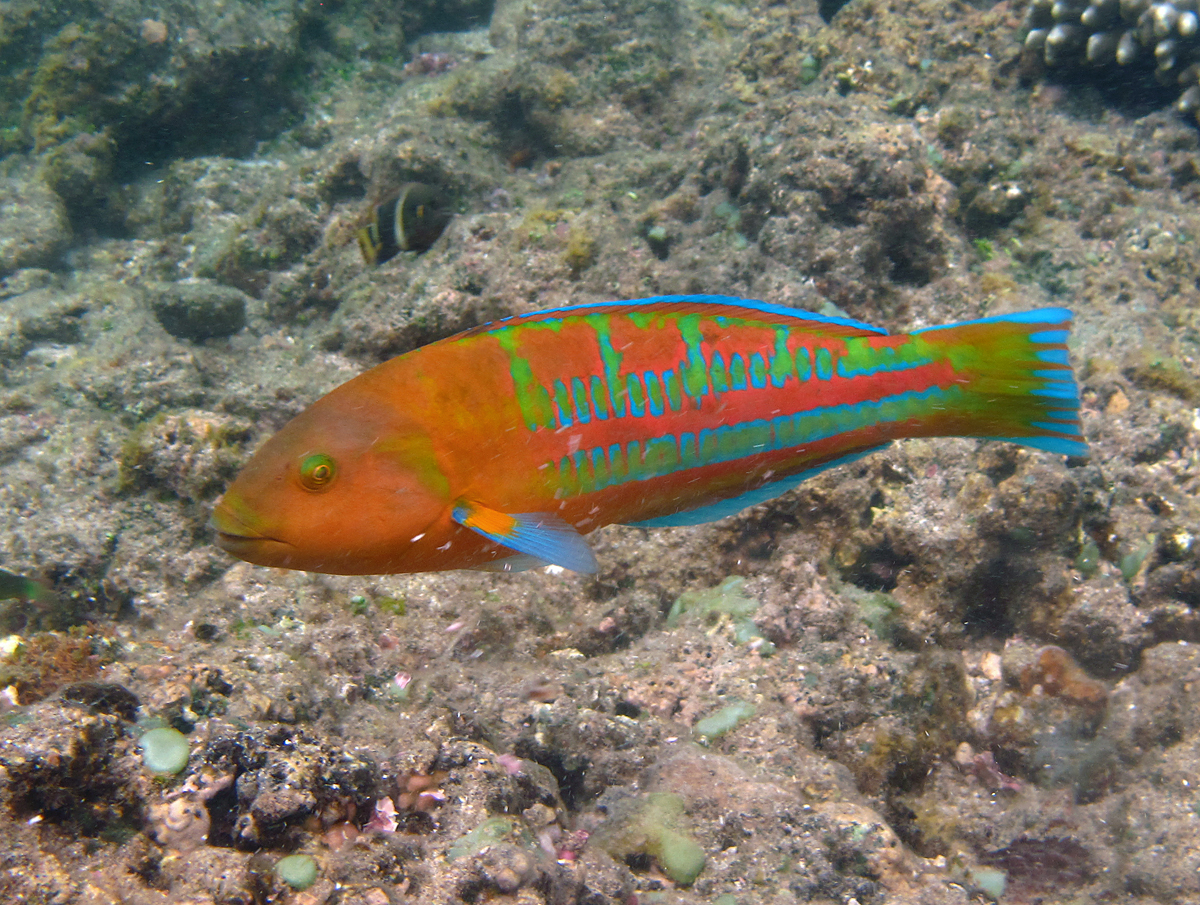
Une girelle-paon clown (Thalassoma trilobatum)
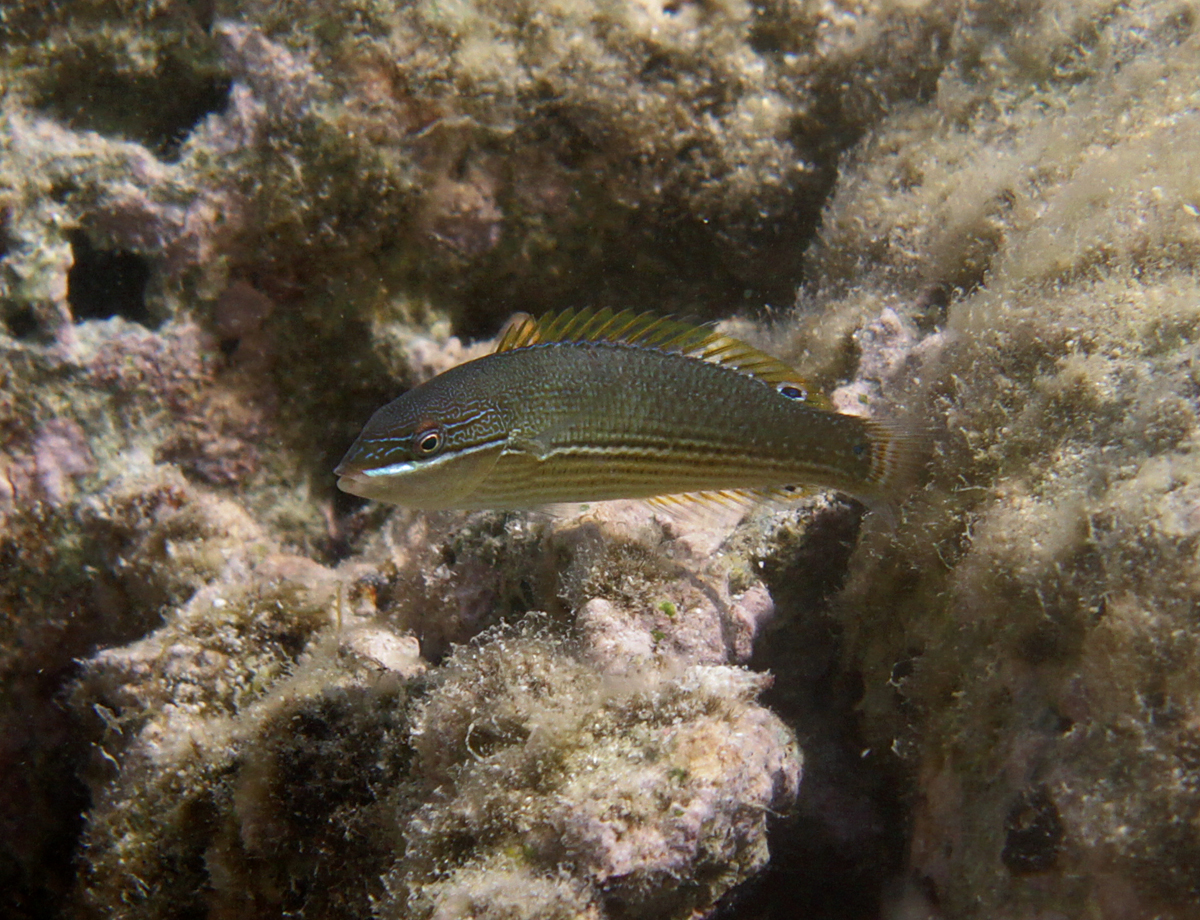
Un labre Stethojulis strigiventer

##### Poissons-perroquets
Les poissons-perroquets appartiennent à la famille des Scaridae, qui comprend 10 genres et 99 espèces,. À quelques exceptions près ils ont des dents antérieures fusionnées en forme de bec de perroquet. Les Scaridae possèdent de larges écailles cycloïdes et ont généralement de vives couleurs. Ce sont des poissons herbivores, dont de nombreuses espèces raclent le corail pour se nourrir des algues qui le couvrent. Les éléments calcaires ainsi ingérés sont ensuite évacués et sont une des sources du sable corallien. Les Scaridae dont le statut sexuel est connu sont tous hermaphrodites protogynes, à l’exception du perroquet des herbiers (Leptoscarus vaigiensis), qui est gonochorique (chaque sexe est fixé à vie dès l’éclosion). La plupart sont diandriques, ce qui signifie qu’ils connaissent une phase initiale (femelles et mâles primaires), et une phase terminale (mâle secondaires). Les livrées des phases initiale et terminale, et souvent celles des juvéniles, sont très différentes, les individus en phase initiale étant plus ternes. 15 espèces de poissons-perroquets sont recensées à La Réunion.

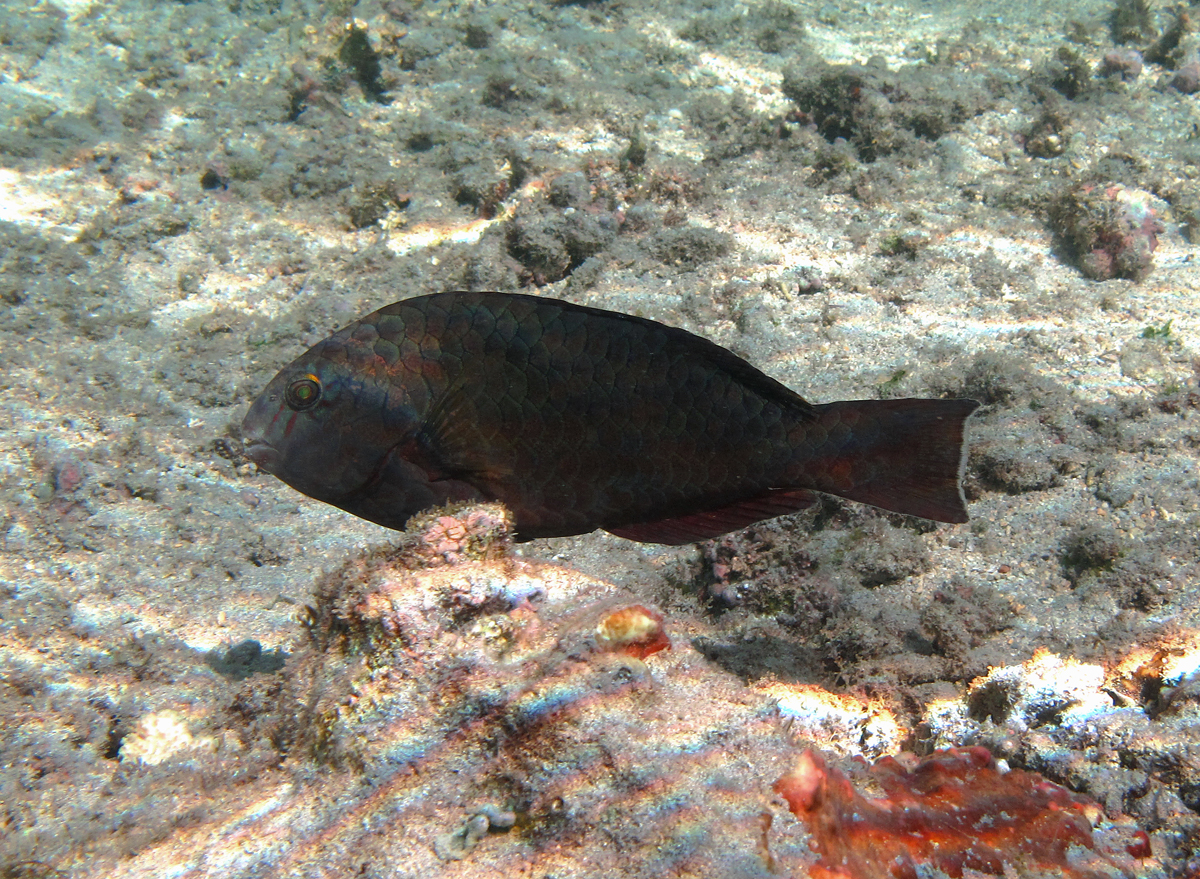
Un poisson-perroquet des carolines (Calotomus carolinus) en phase initiale
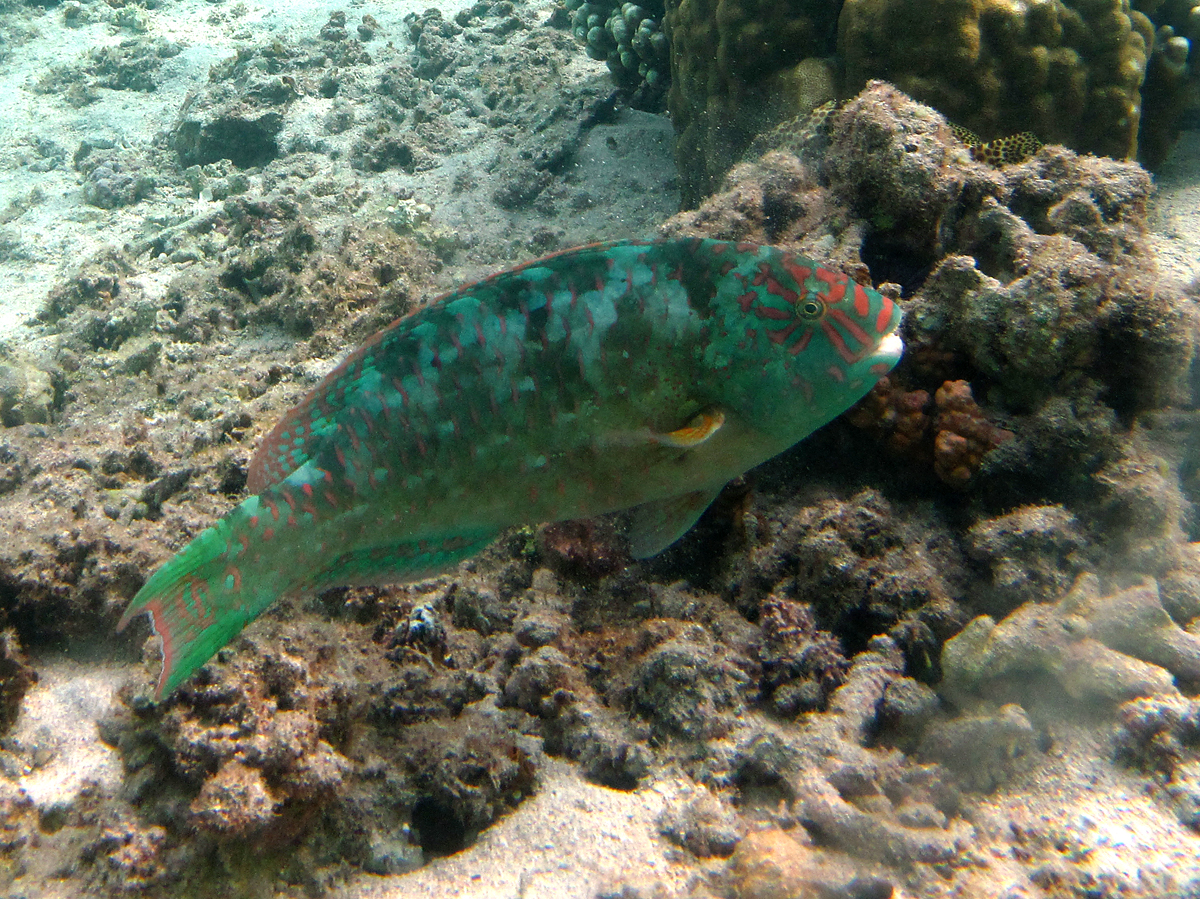
Un poisson-perroquet des carolines (Calotomus carolinus) en phase terminale (mâle)
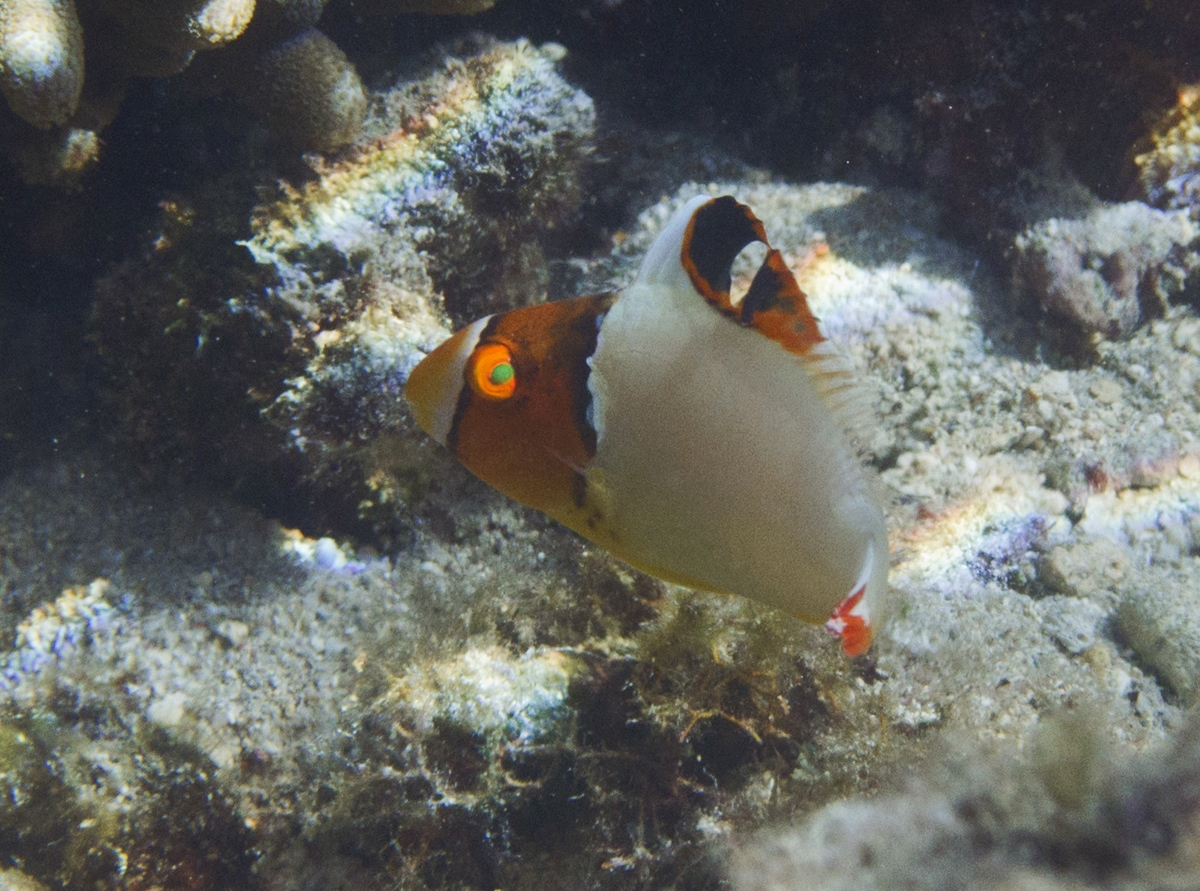
Un poisson perroquet bicolore (Cetoscarus ocellatus) juvénile
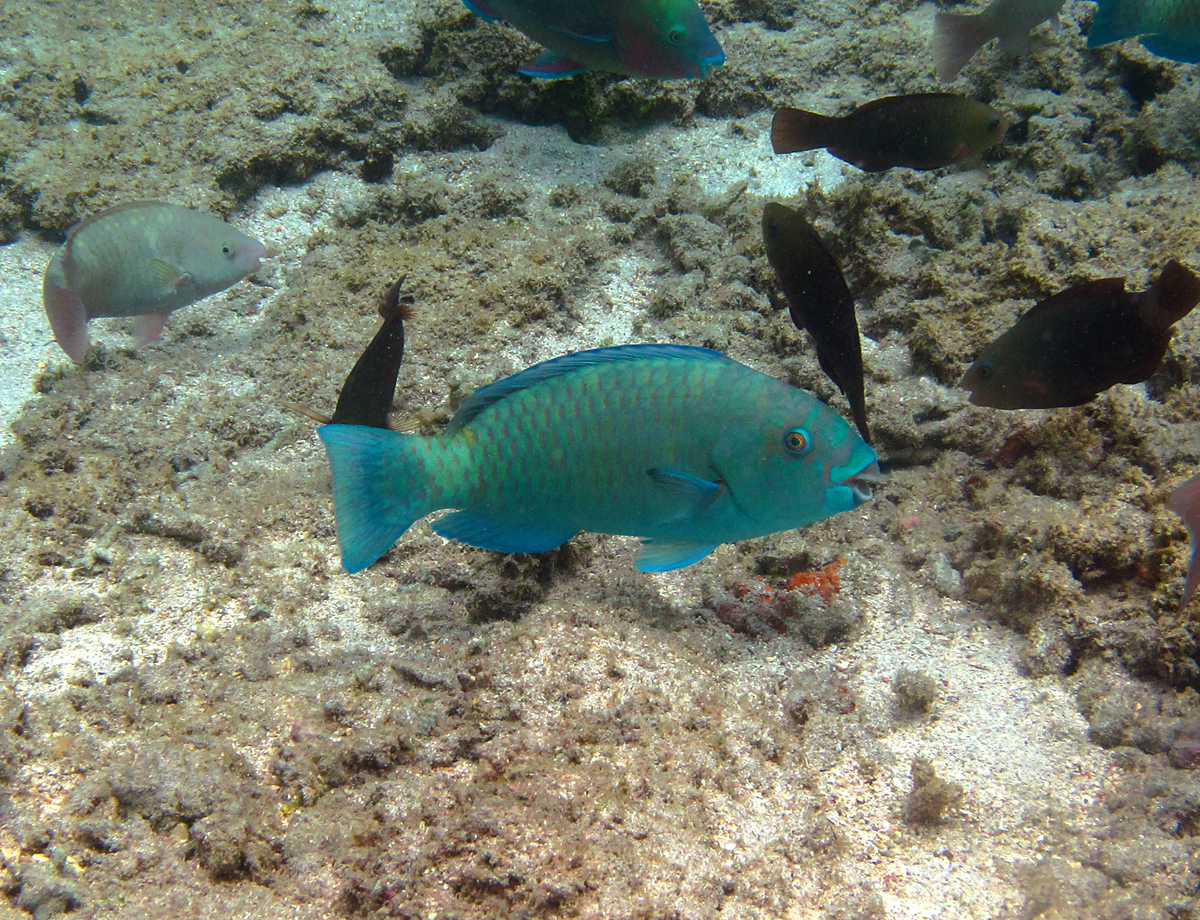
Un poisson-perroquet vert (Chlorurus enneacanthus)
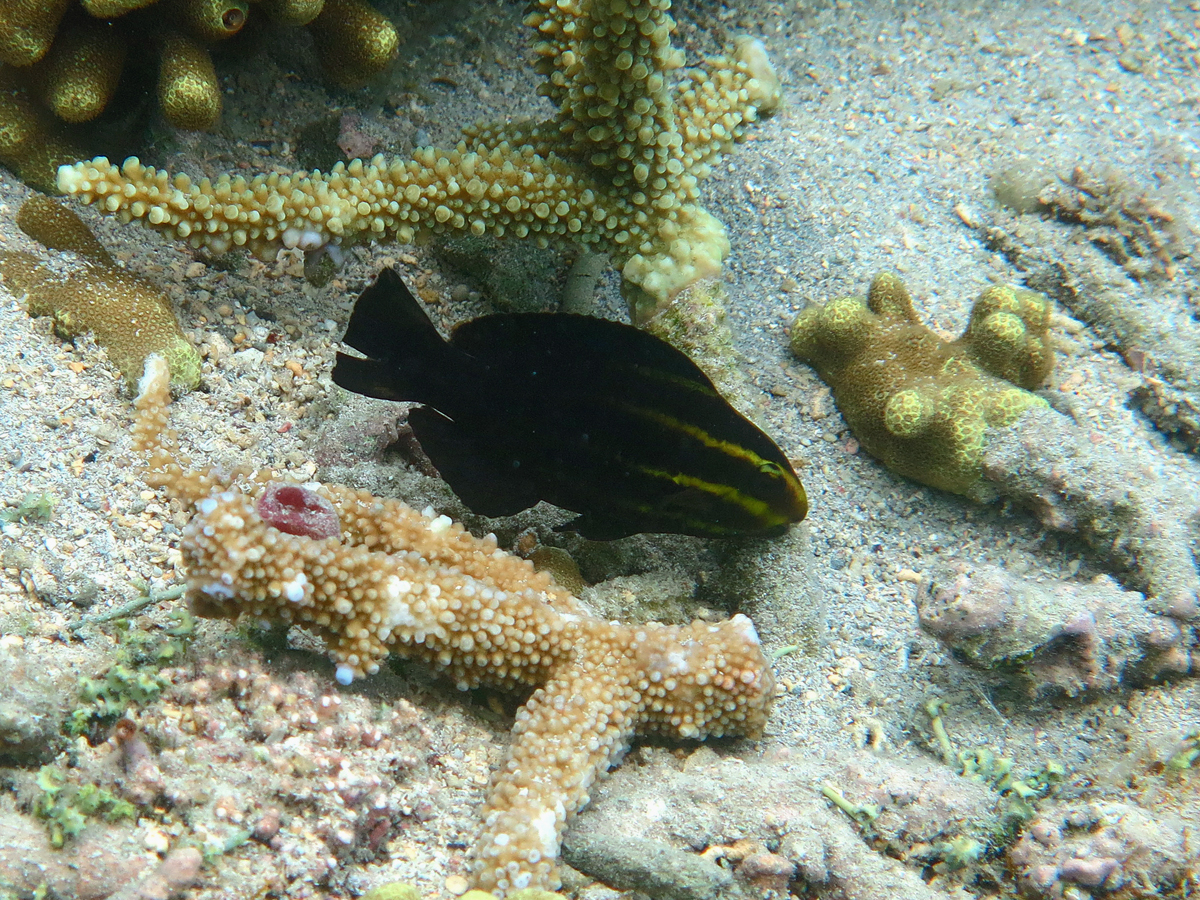
Un poisson-perroquet bossu bleu (Chlorurus gibbus) juvénile?
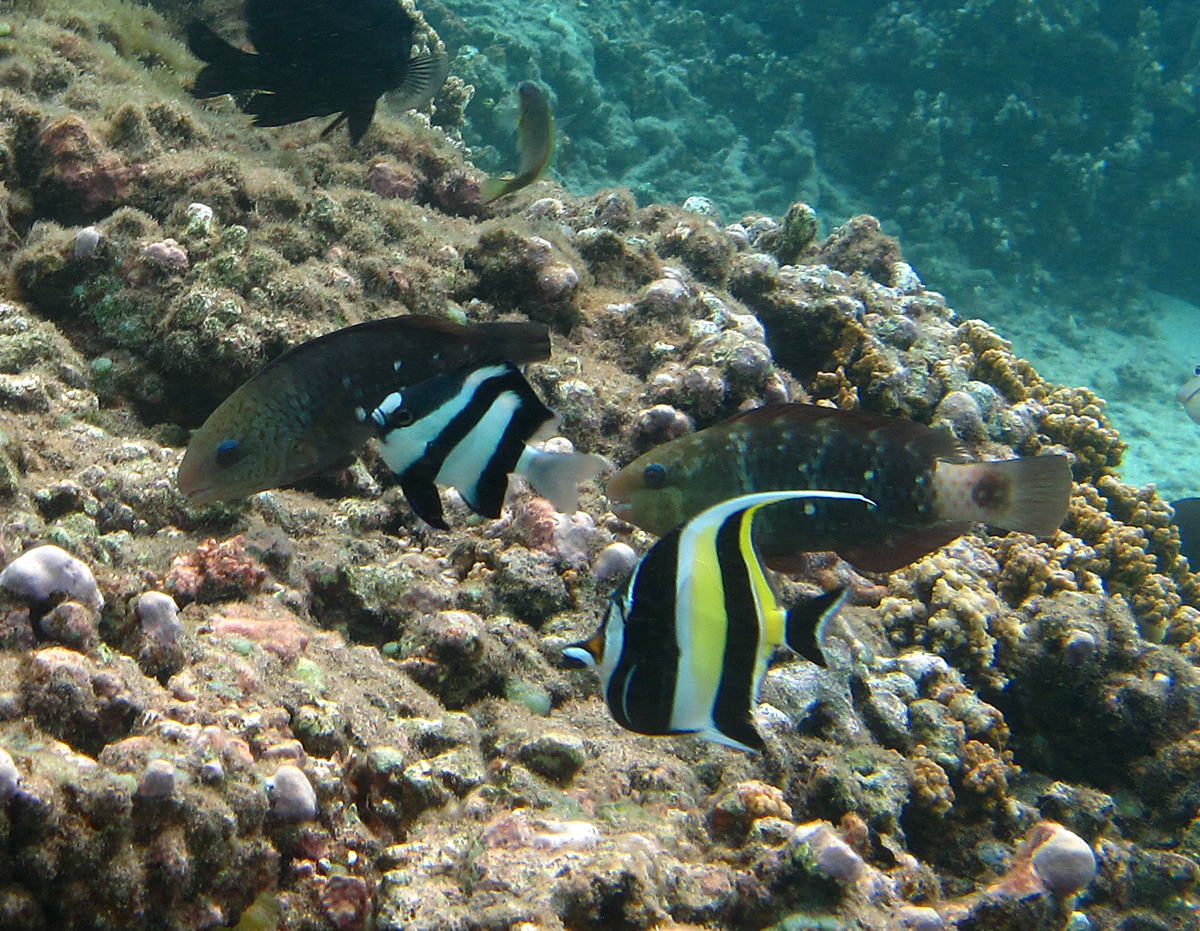
Deux poissons-perroquets brûlés (Chlorurus sordidus) en stade initial, derrière une demoiselle et une idole des Maures.
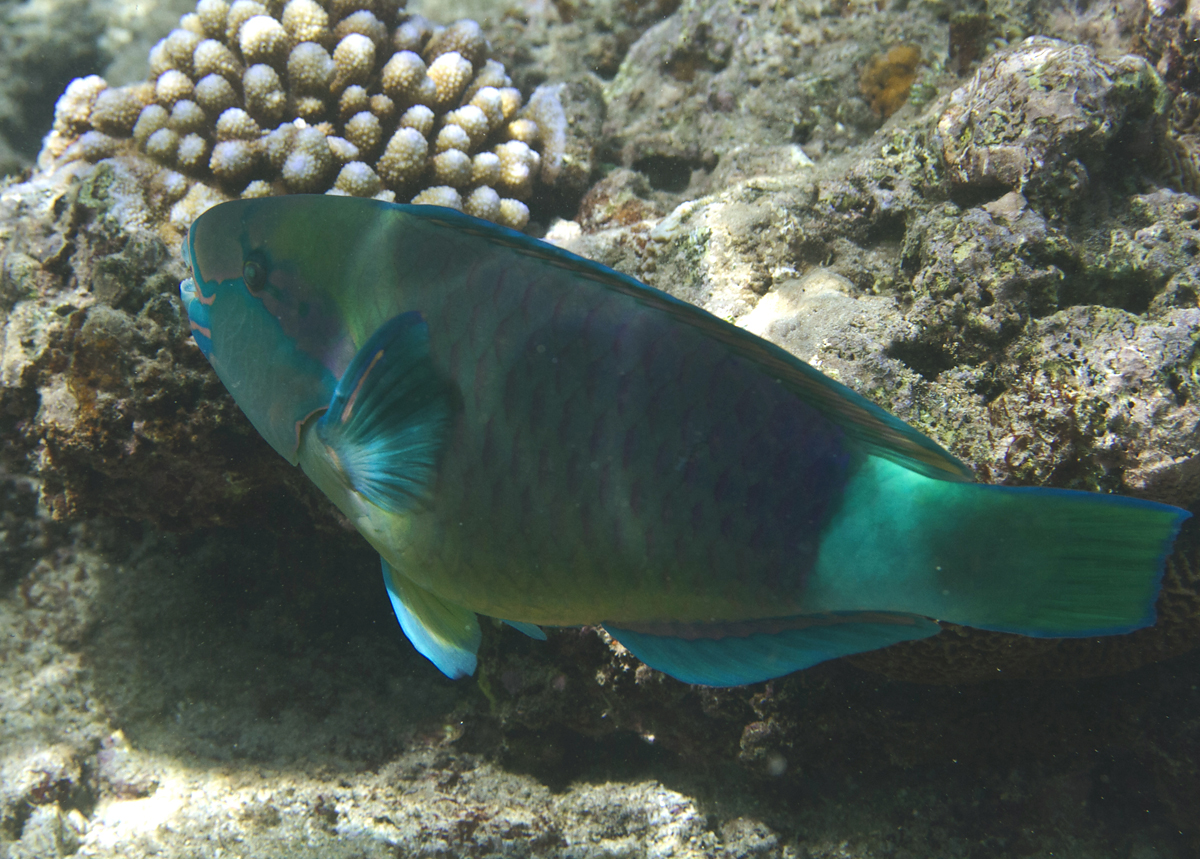
Un poisson-perroquet brûlé (Chlorurus sordidus) en phase terminale
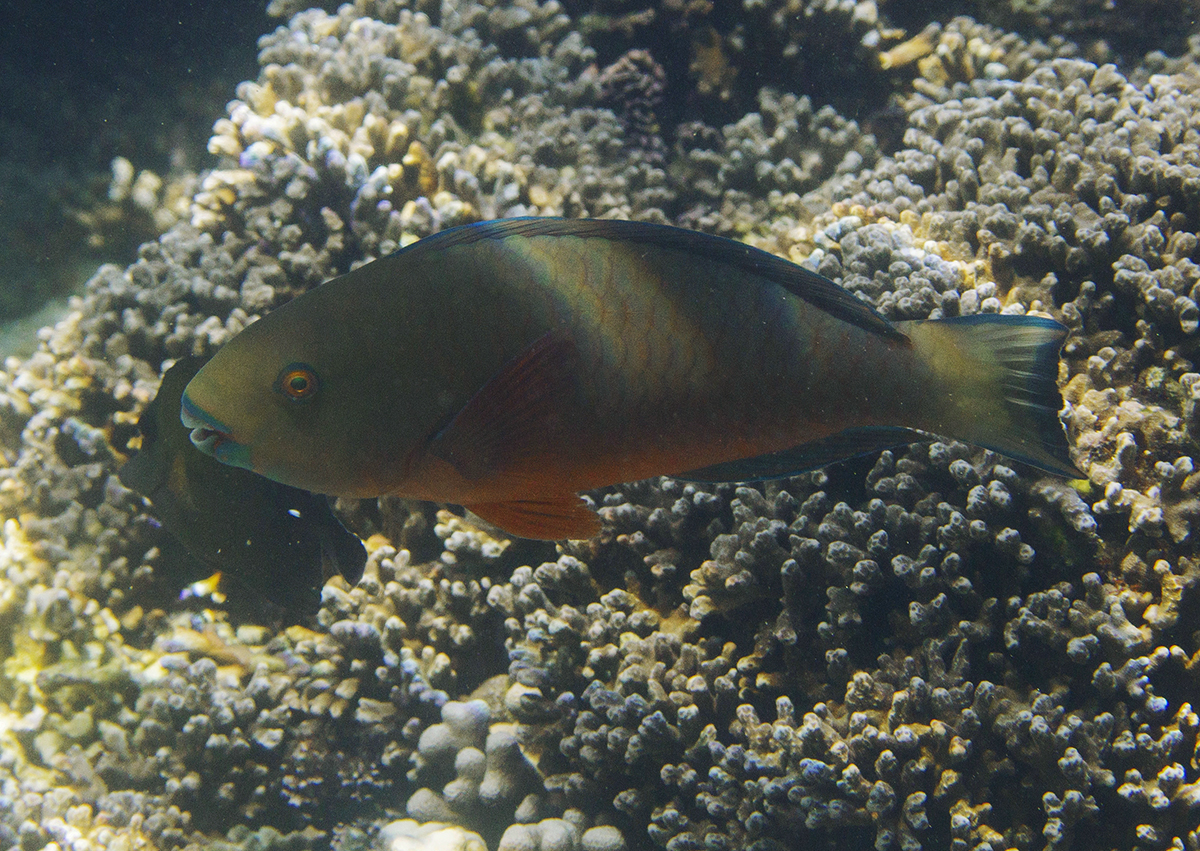
Un poisson-perroquet grand-bleu (Chlorurus strongylocephalus) en phase initiale
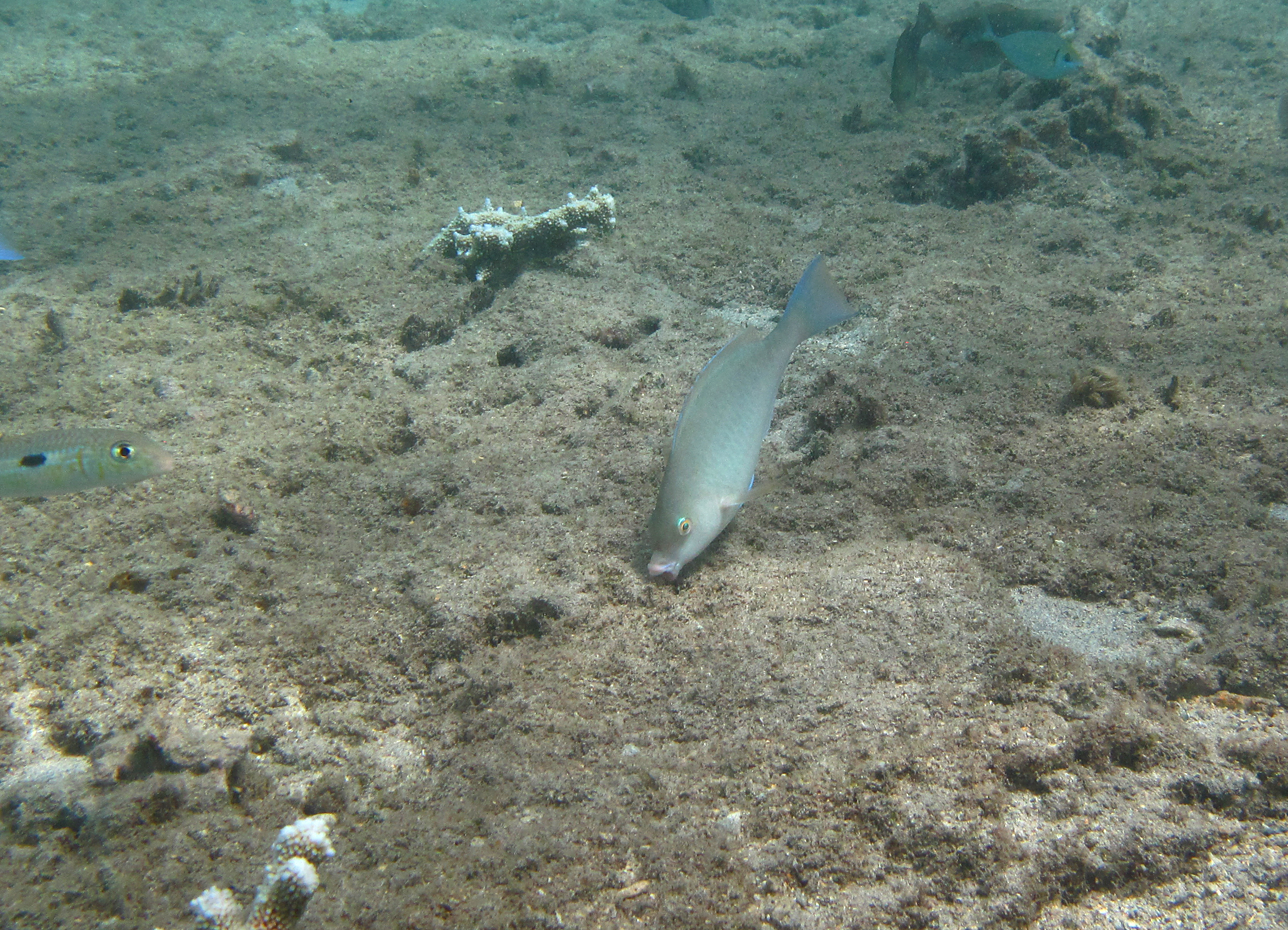
Un poisson-perroquet jaune (Hipposcarus harid) en phase initiale.
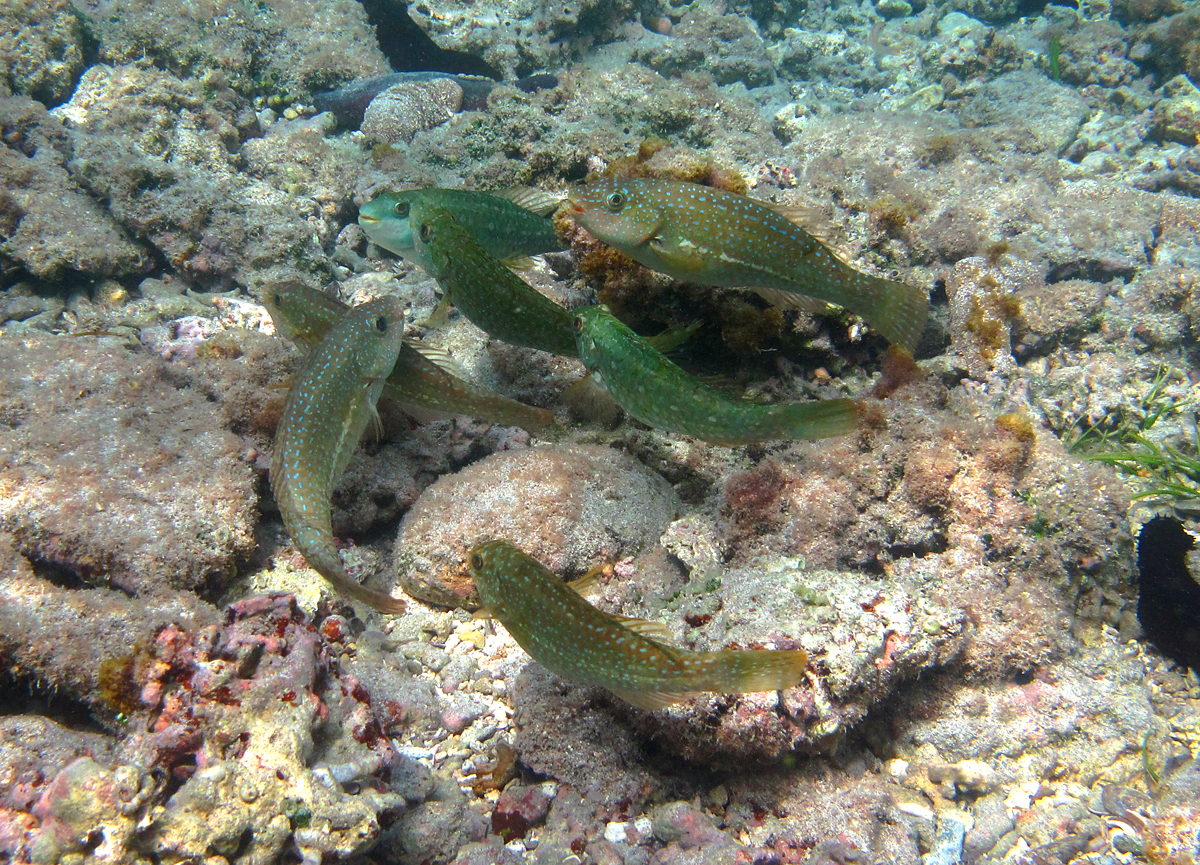
Un groupe de poissons-perroquets des herbiers (Leptoscarus vaigiensis). Les mâles ont une bande latérale blanche.
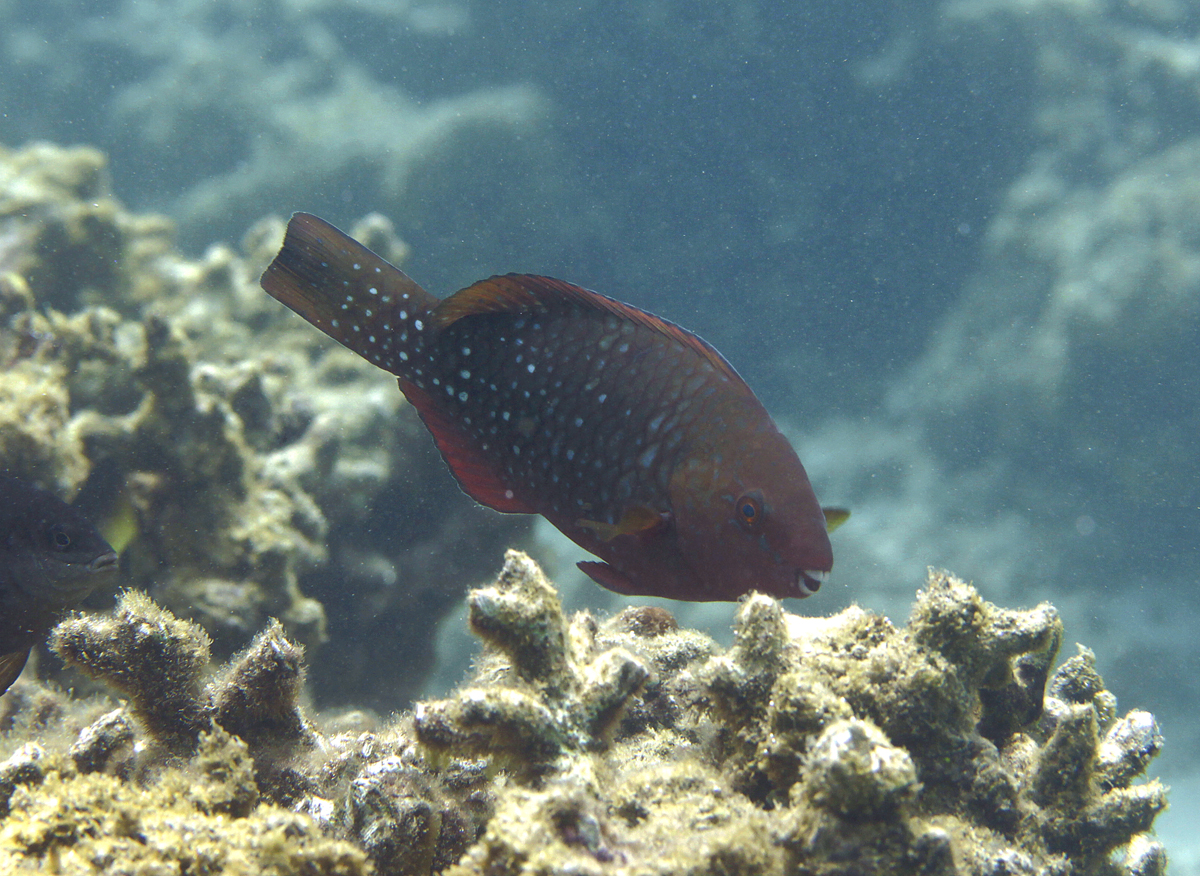
Un poisson perroquet Scarus falcipinnis en phase initiale
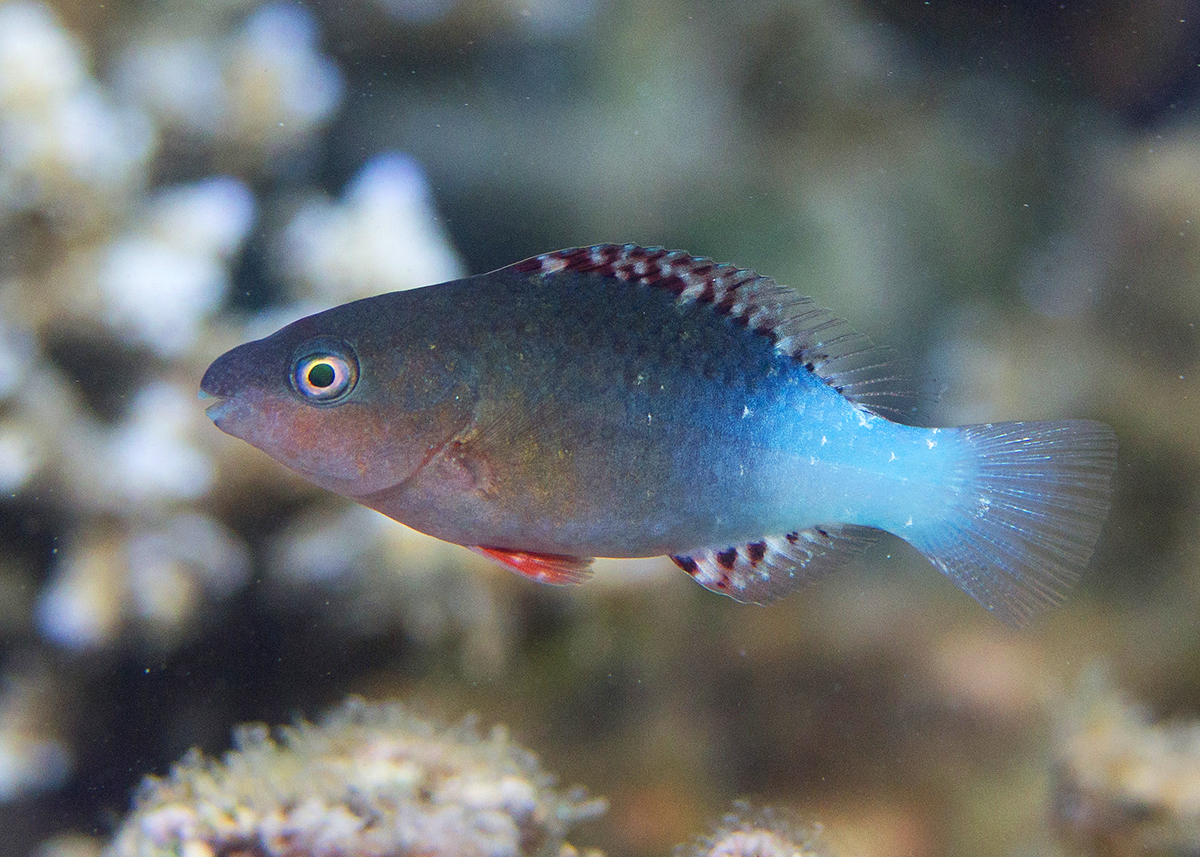
Un poisson perroquet à six bandes (Scarus frenatus) juvénile
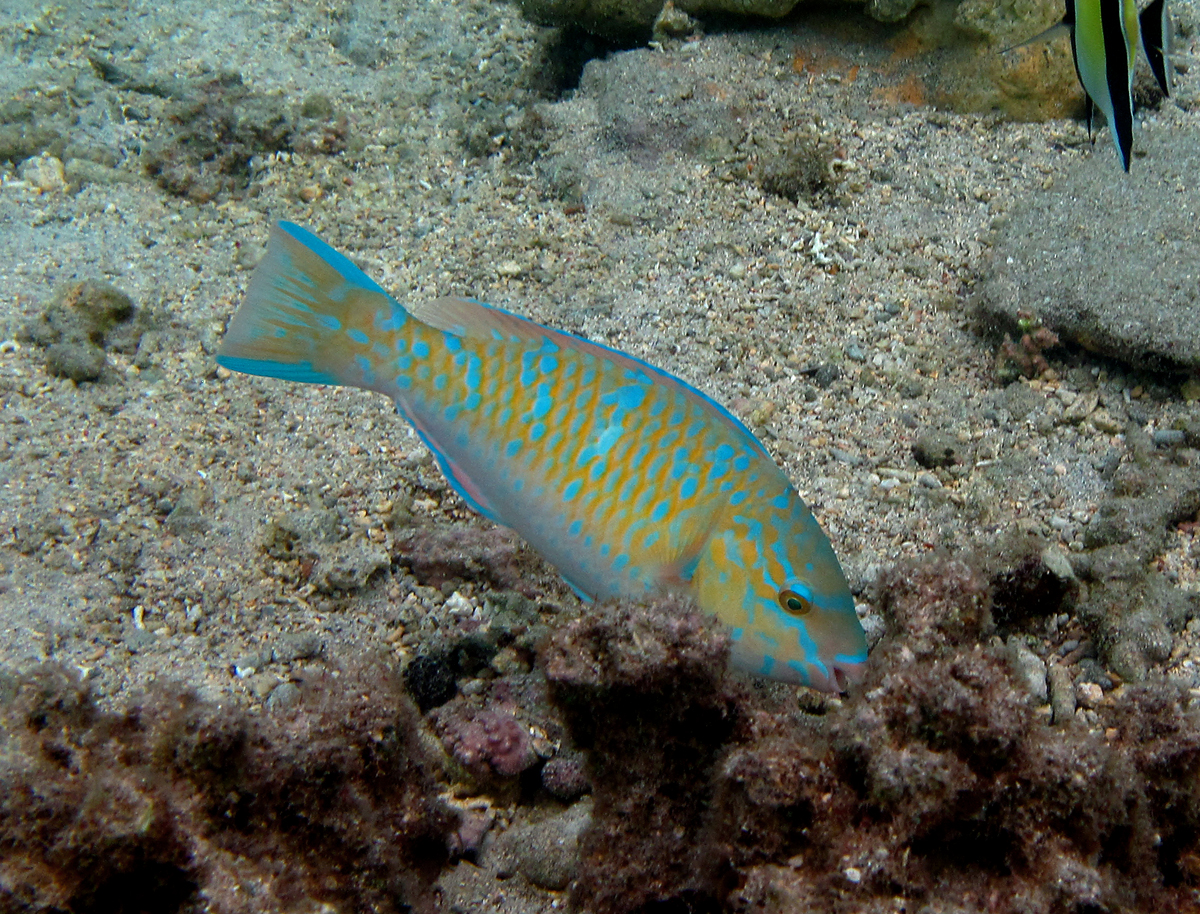
Un poisson-perroquet à écailles jaunes (Scarus ghobban) en phase initiale
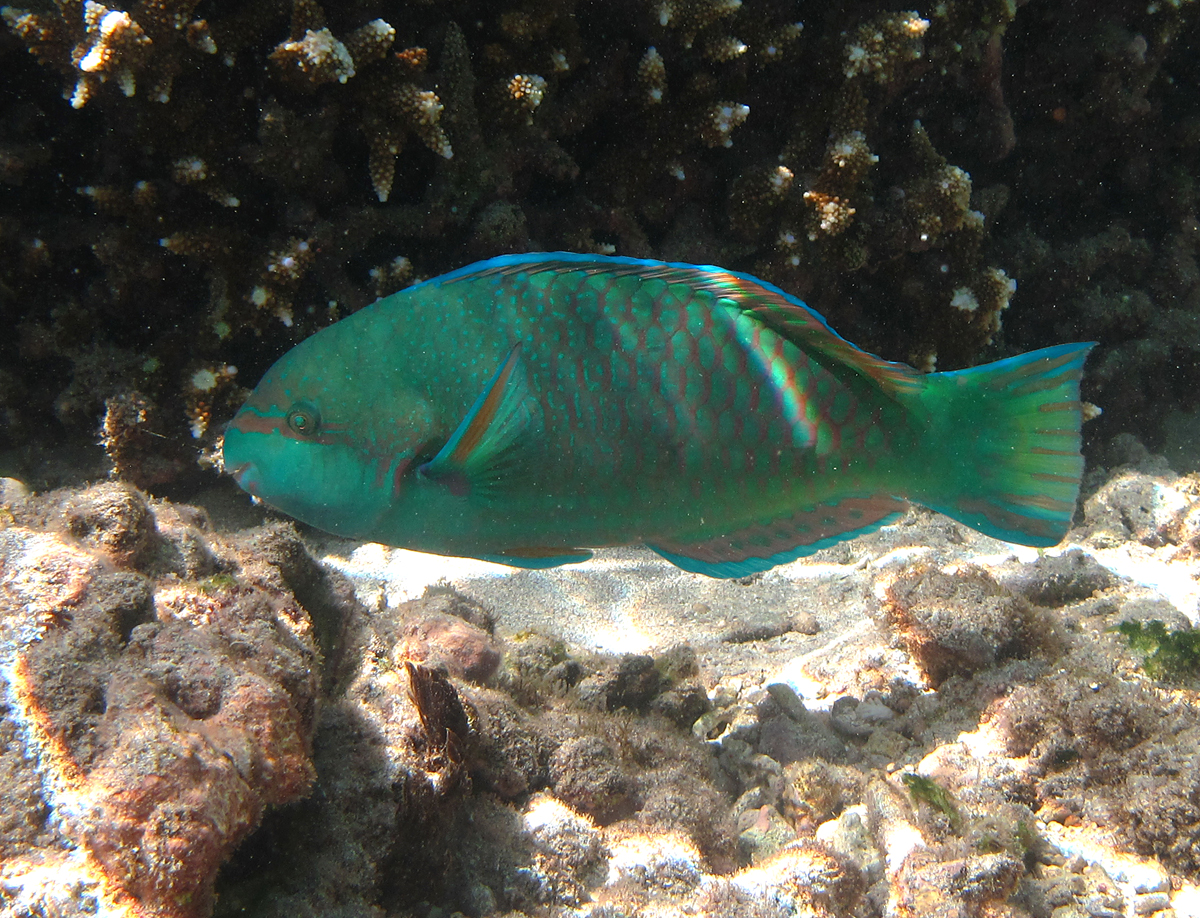
Un poisson-perroquet Scarus globiceps
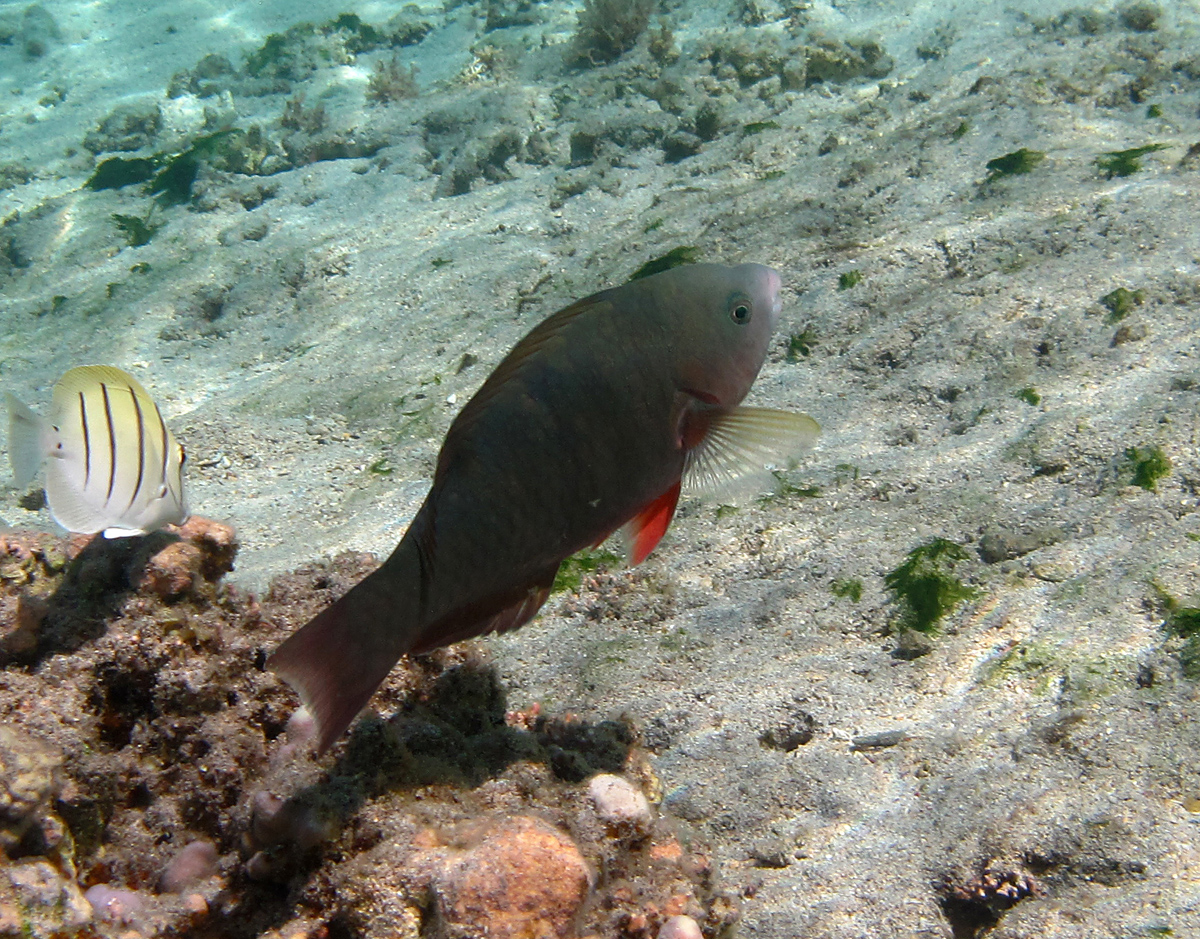
Un poisson-perroquet commun (Scarus psittacus) en phase initiale
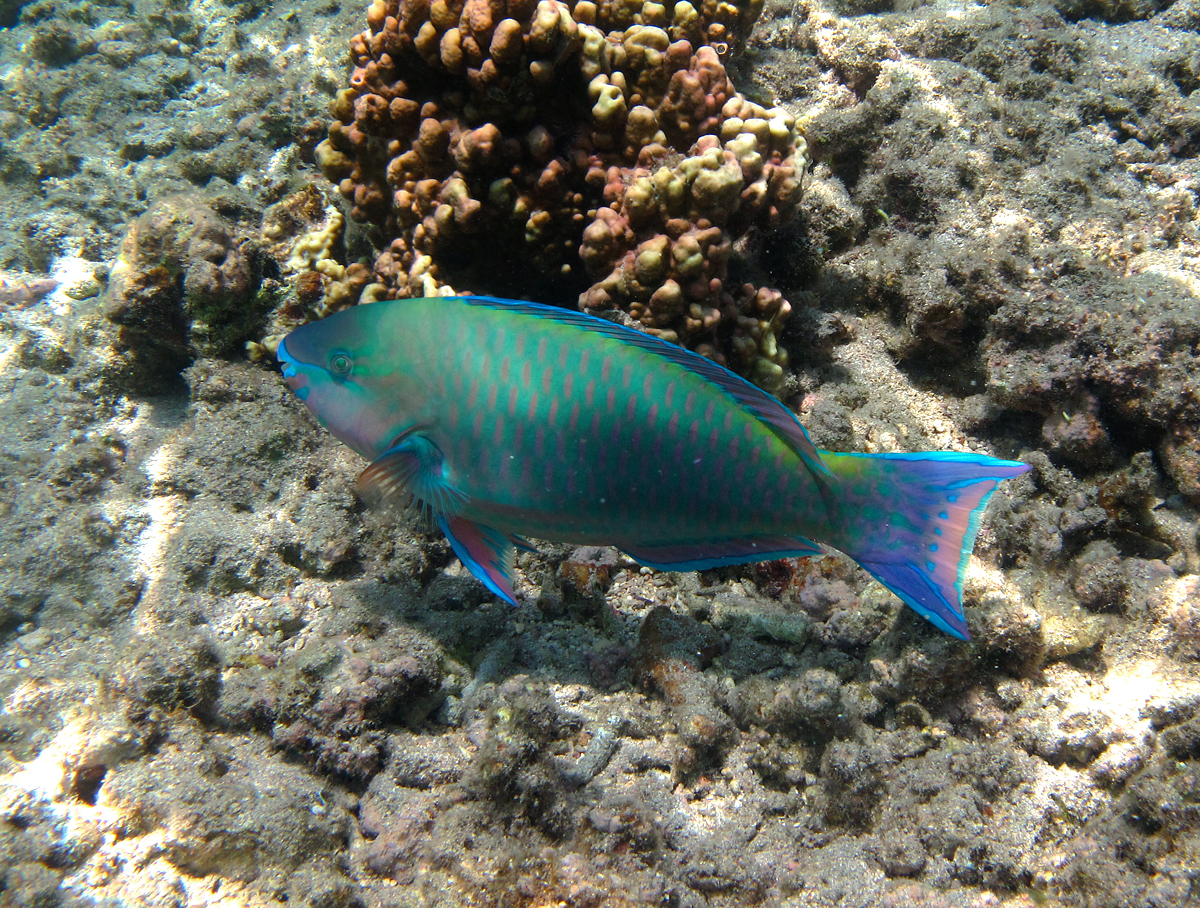
Un poisson-perroquet commun (Scarus psittacus) terminal
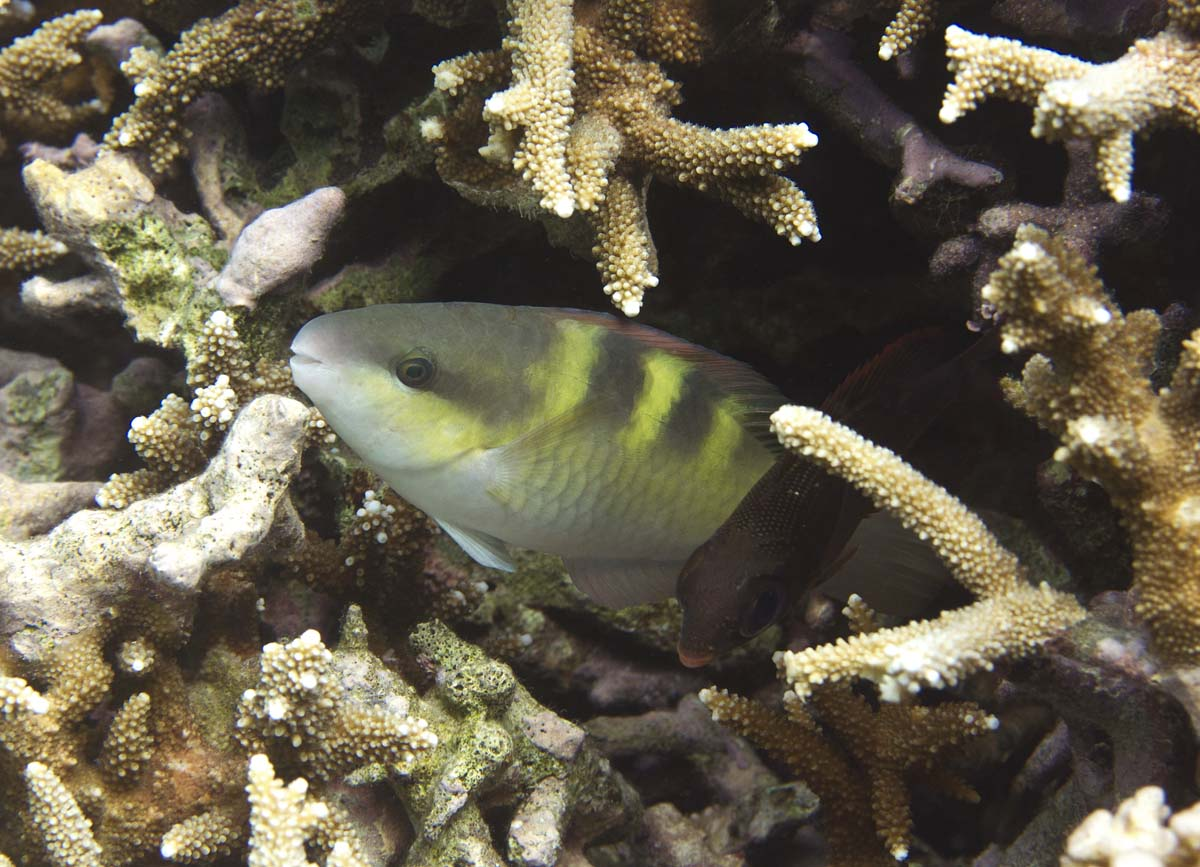
Un poisson-perroquet à cinq selles (Scarus scaber) en phase initiale
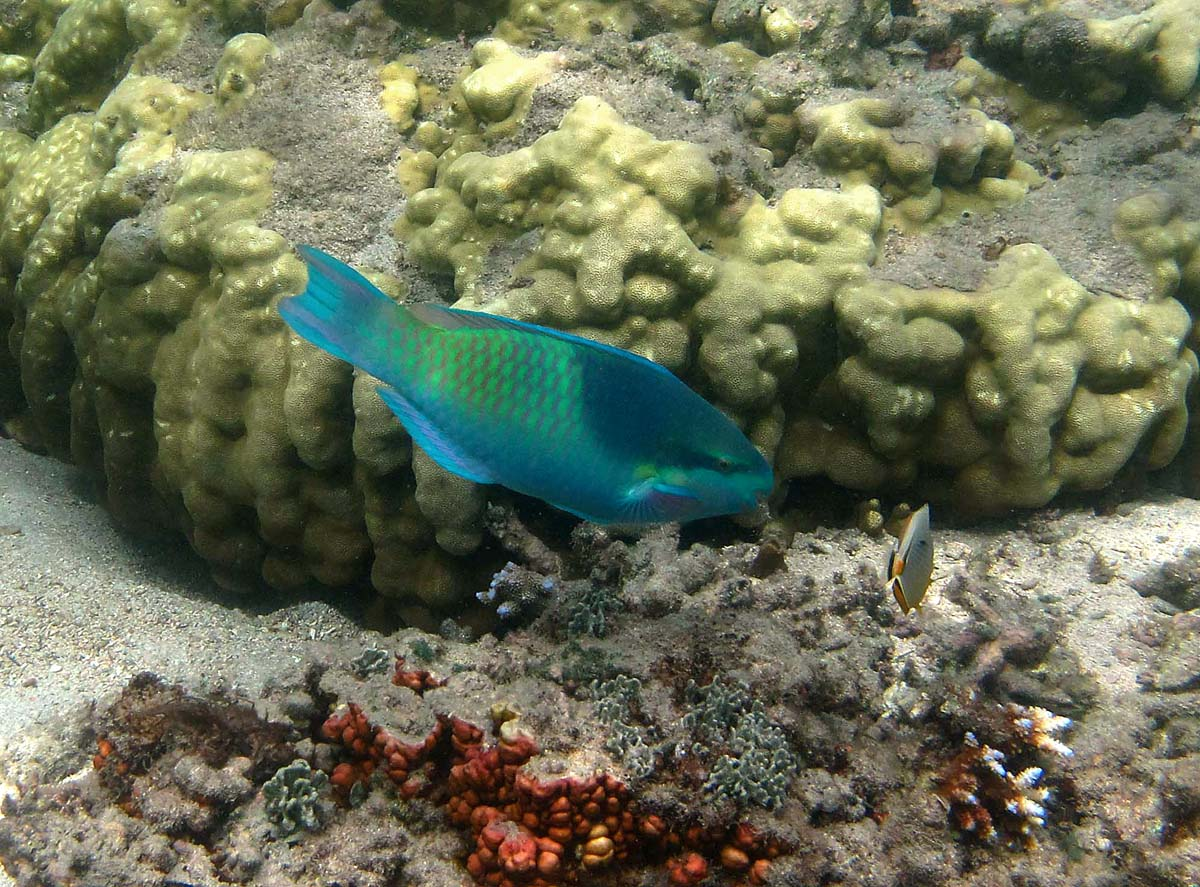
Un poisson-perroquet à cinq selles (Scarus scaber) terminal

##### Blennies
Les blennies font partie de la famille des Blenniidae, qui comprend 57 genres et 396 espèces, dont certaines vivent en eaux saumâtres ou douces. Elles sont notamment caractérisées par un corps effilé et sans écailles, un museau droit et des nageoires dorsale et pectorale particulièrement longues. Elles portent généralement des cirrhes au-dessus des yeux et sur la nuque. La plupart vivent sur le substrat (ce pourquoi ces espèces ne possèdent pas de vessie natatoire) et se nourrissent d’algues et d’invertébrés, ou de plancton. Les blennies à dents de sabre (regroupées dans 5 genres) vivent en pleine eau et se nourrissent des écailles, de la peau ou de morceaux de nageoires des poissons qu’elles attirent en imitant la livrée ou la danse des labres nettoyeurs. Les femelles déposent leurs œufs dans un abri choisi par le mâle, qui les défendra jusqu’à l’éclosion. 34 espèces de Blenniidae ont été recensées à La Réunion.

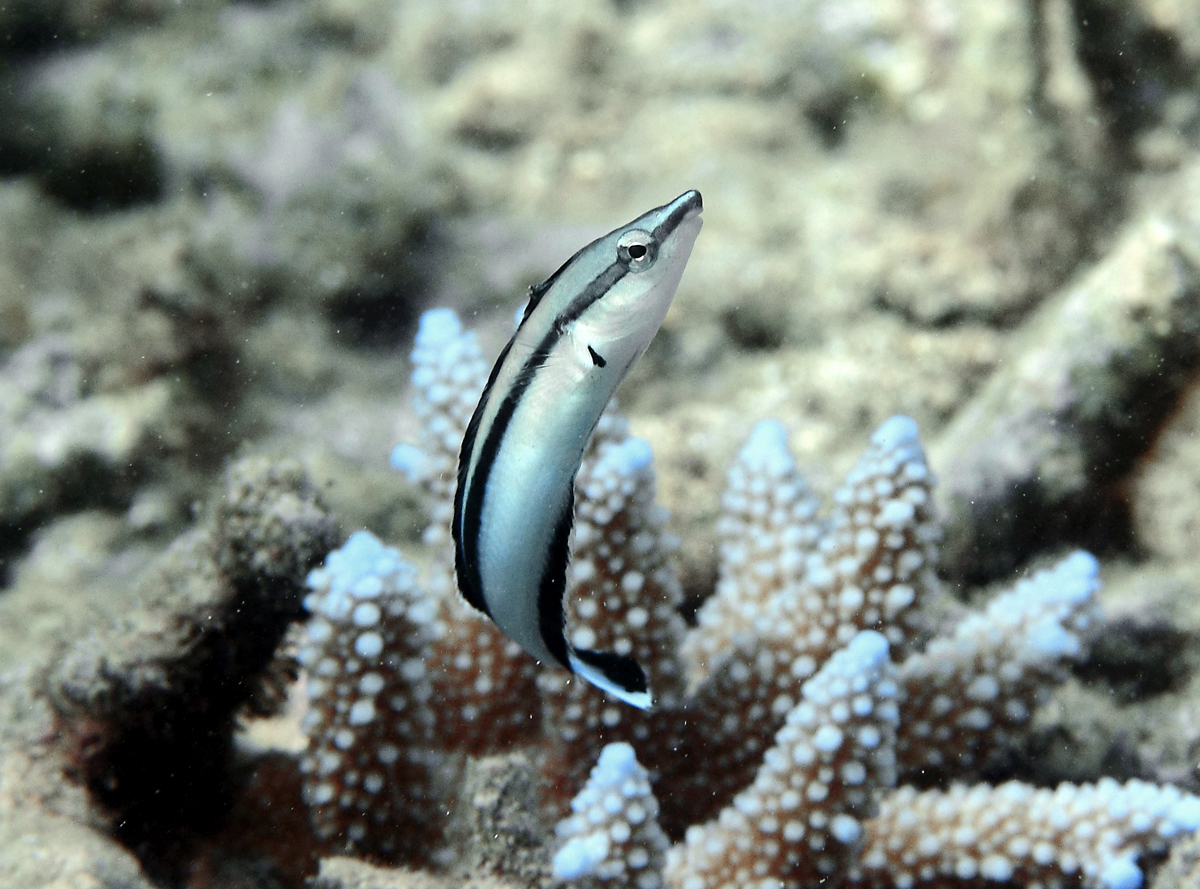
Une blennie à dents de sabre ou faux nettoyeur (Aspidontus tractus), mimétique de Labroides dimidiatus
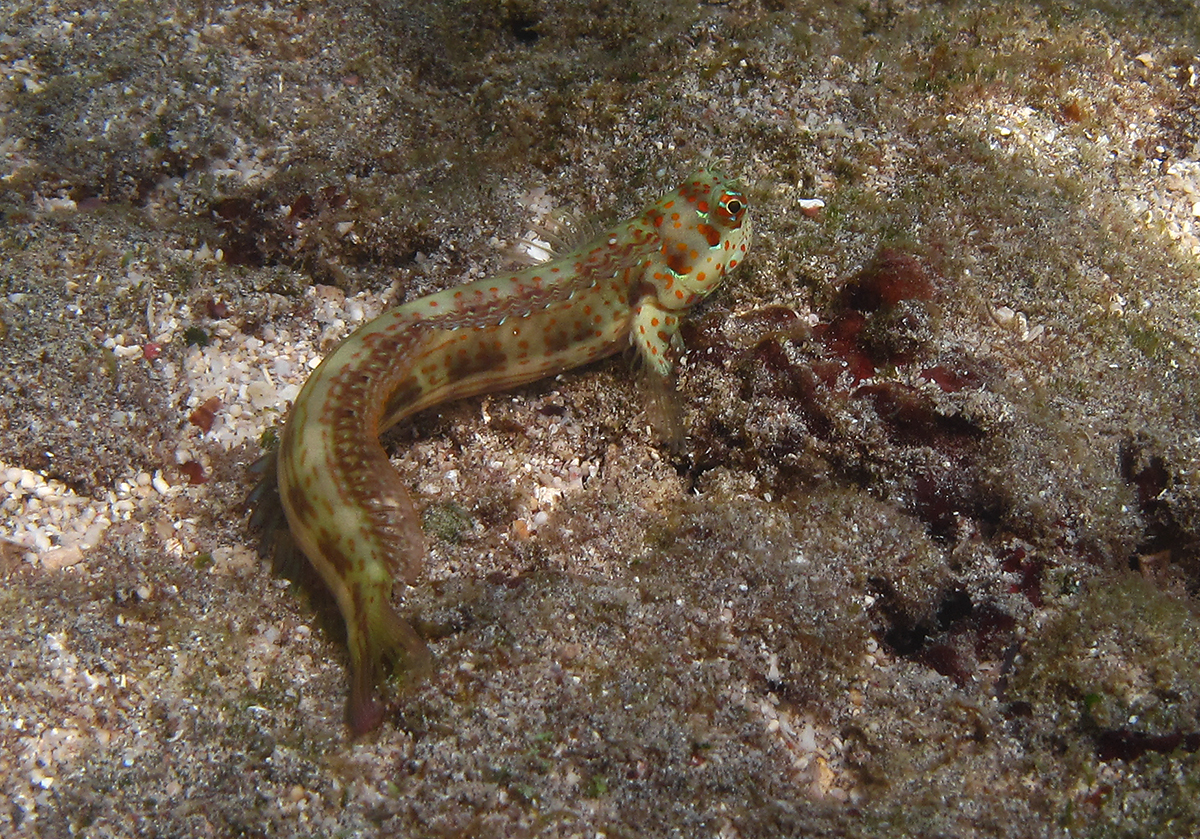
Blenniella chrysospilos (jeune individu)
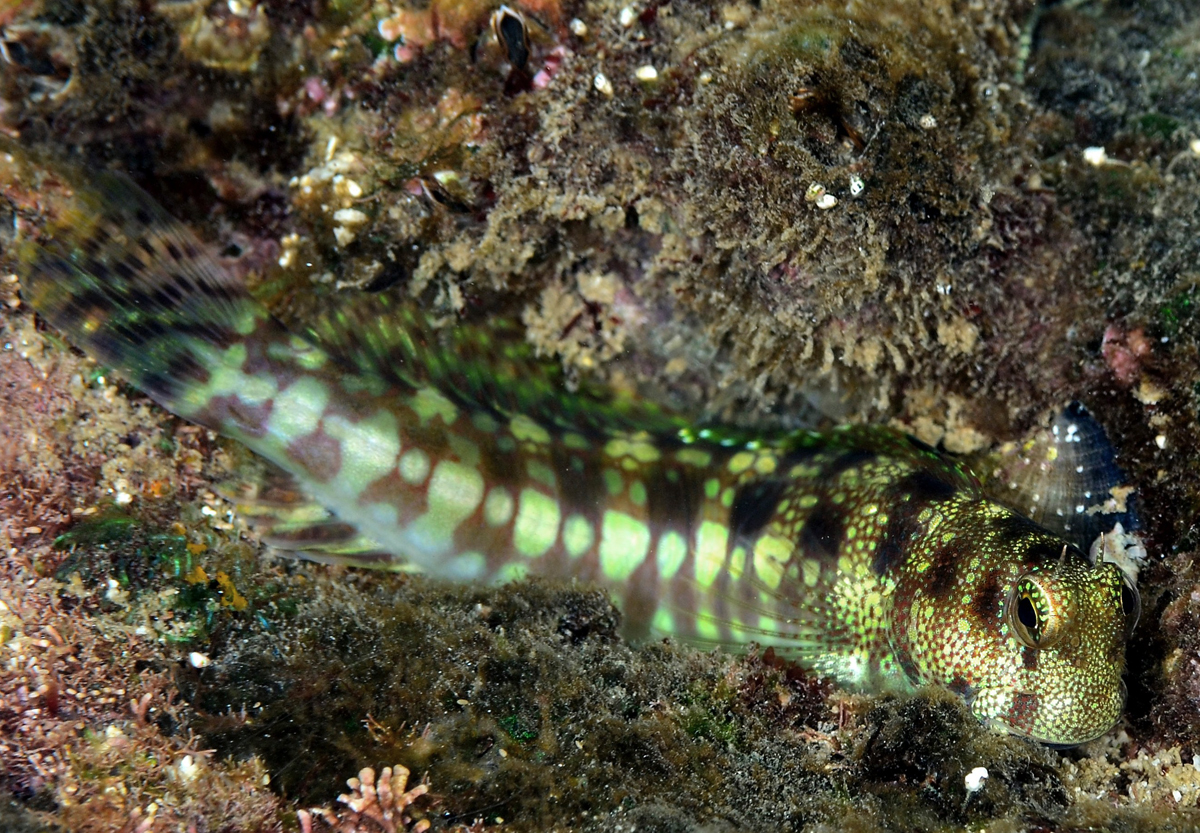
Blenniella gibbifrons
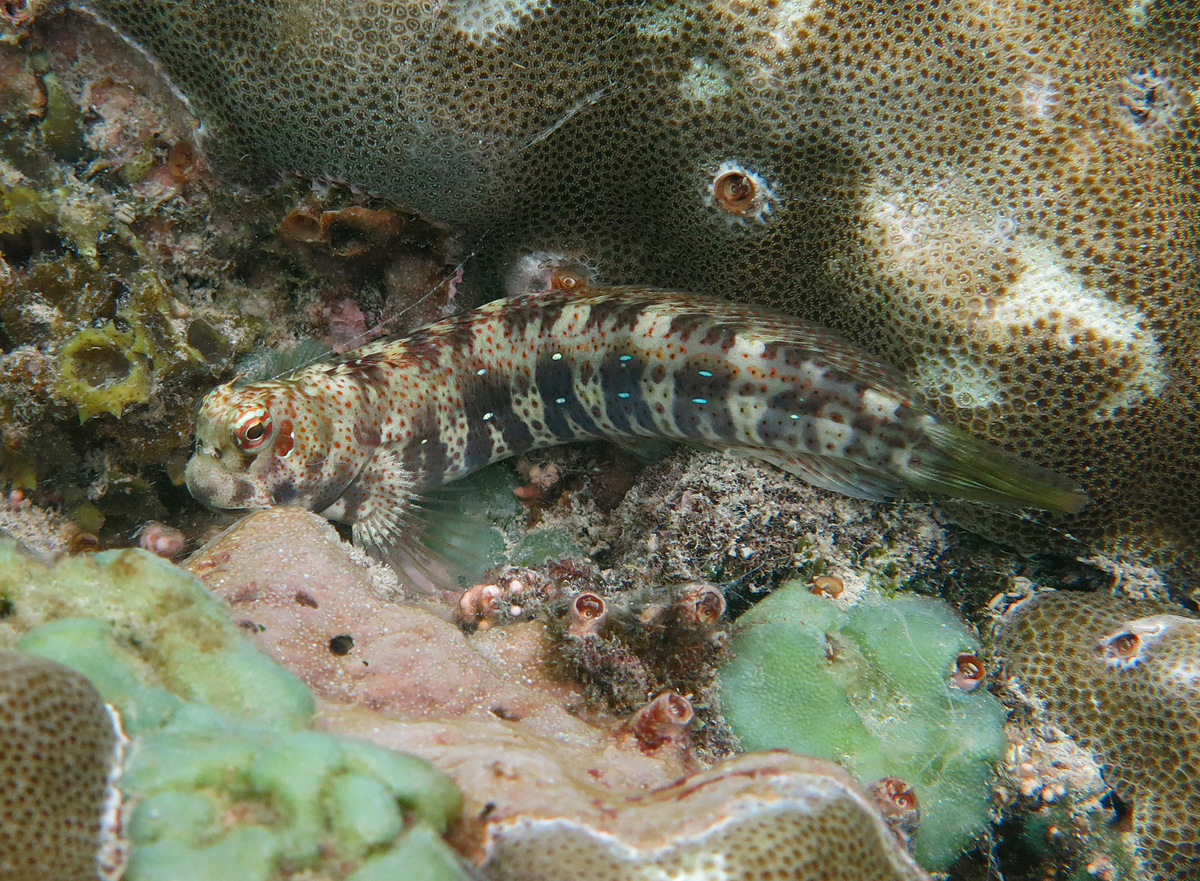
Une blennie Blenniella periophthalmus
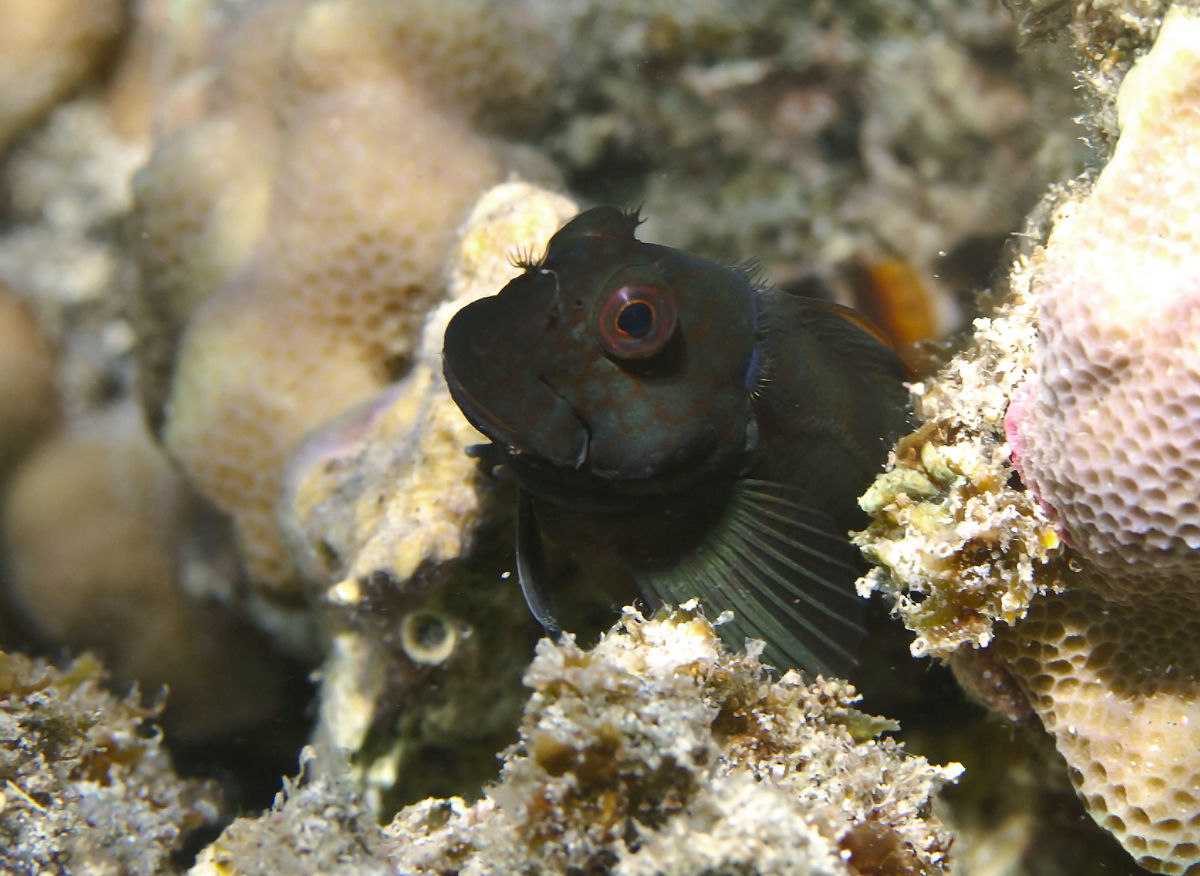
Une blennie ambrée (Cirripectes stigmaticus)
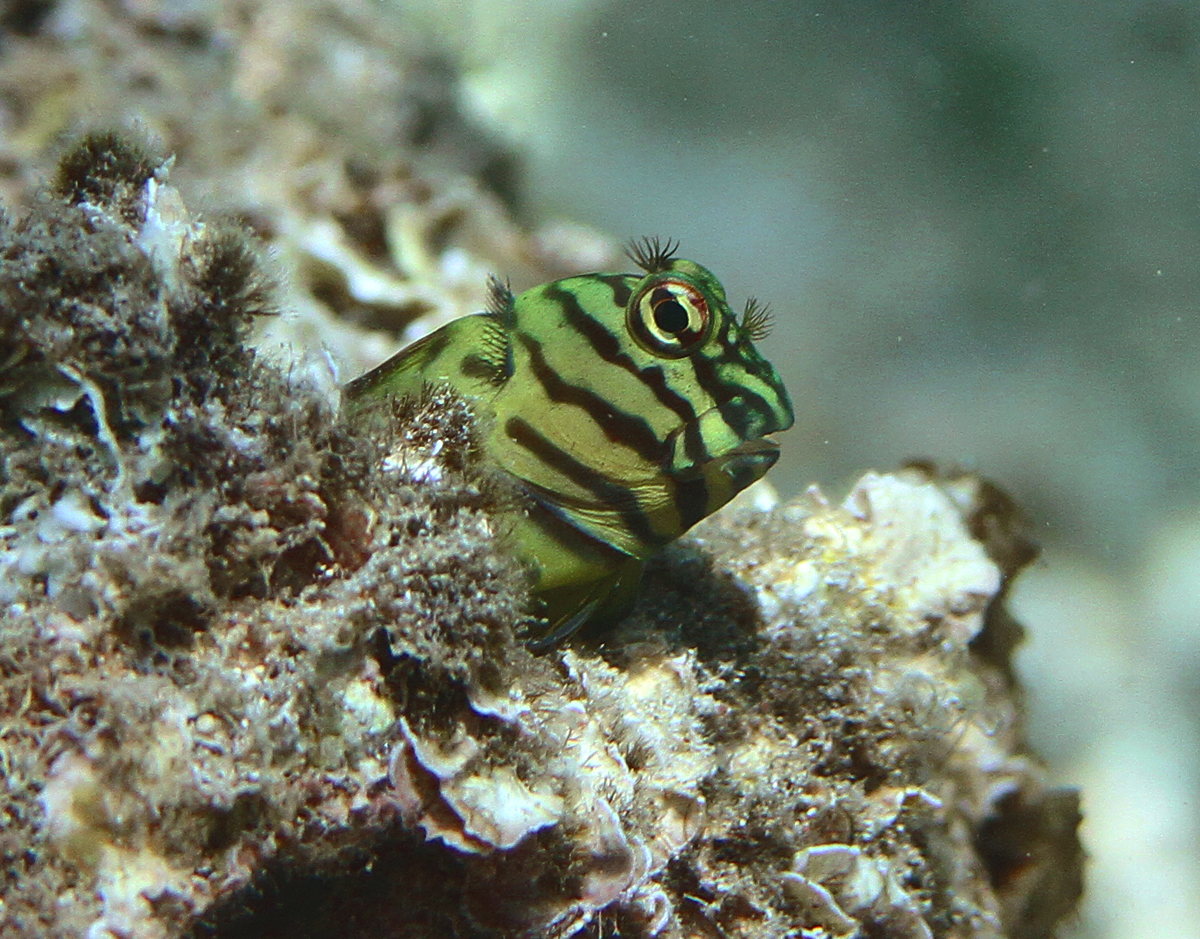
Une blennie châtaigne (Cirripectes castaneus) mâle?
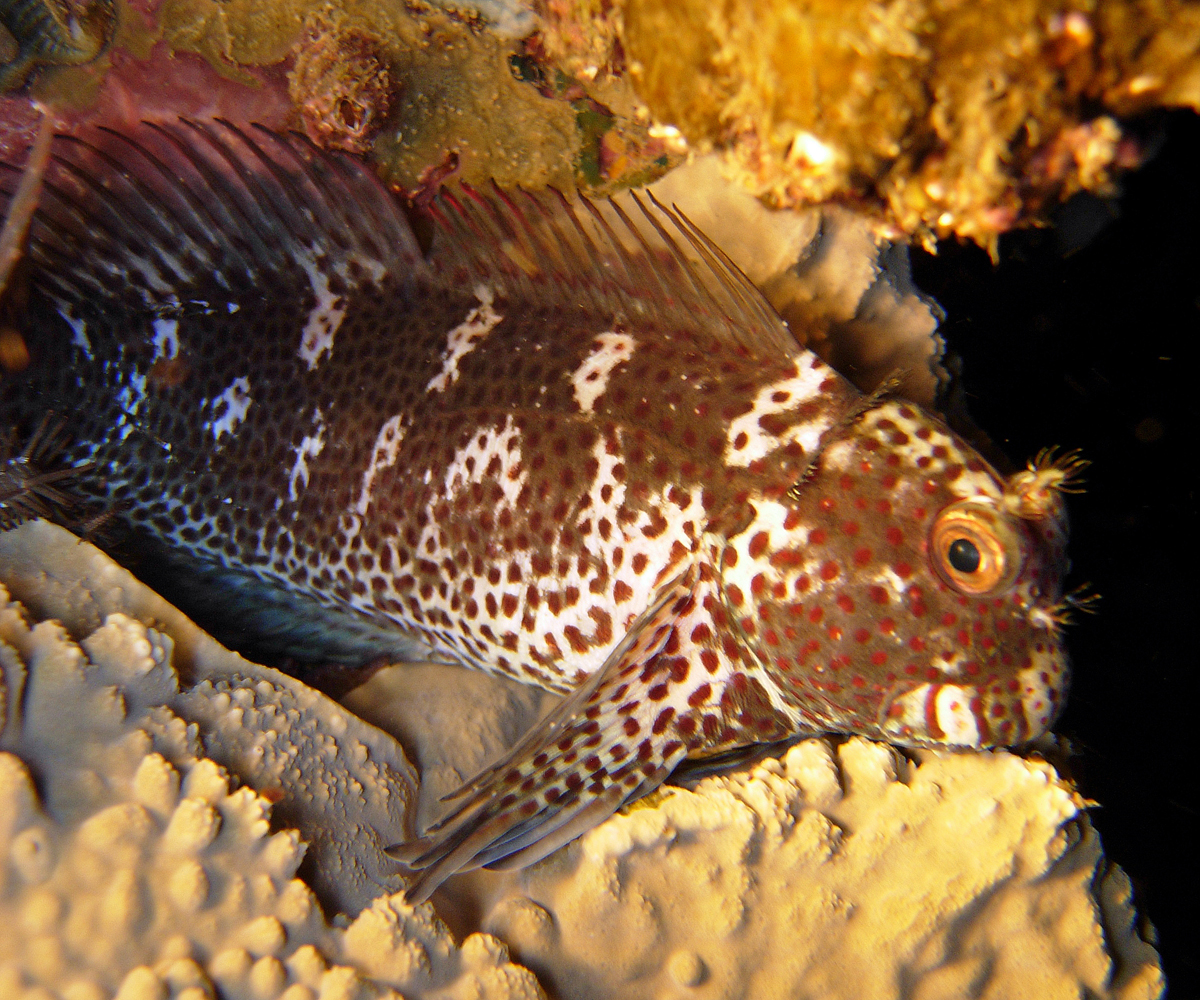
Une blennie Cirripectes randalli?
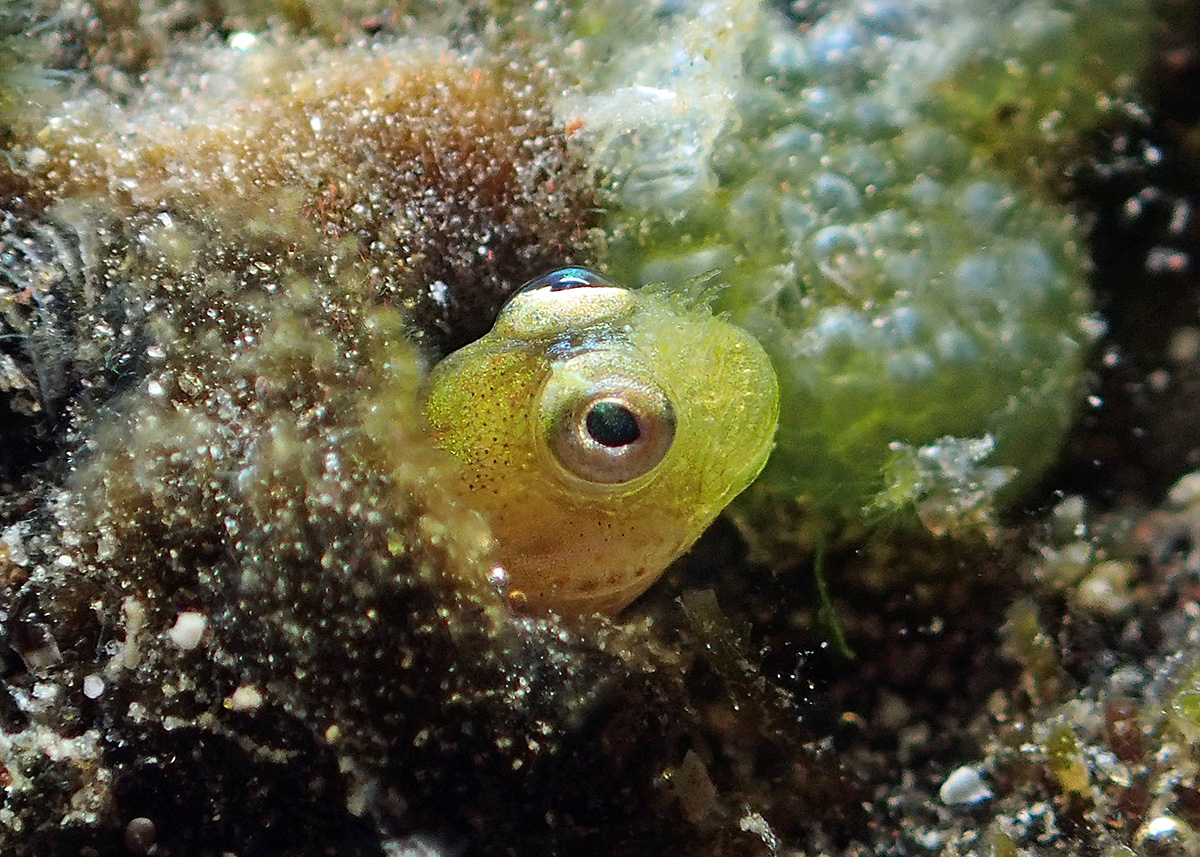
Une blennie Cirrisalarias bunares
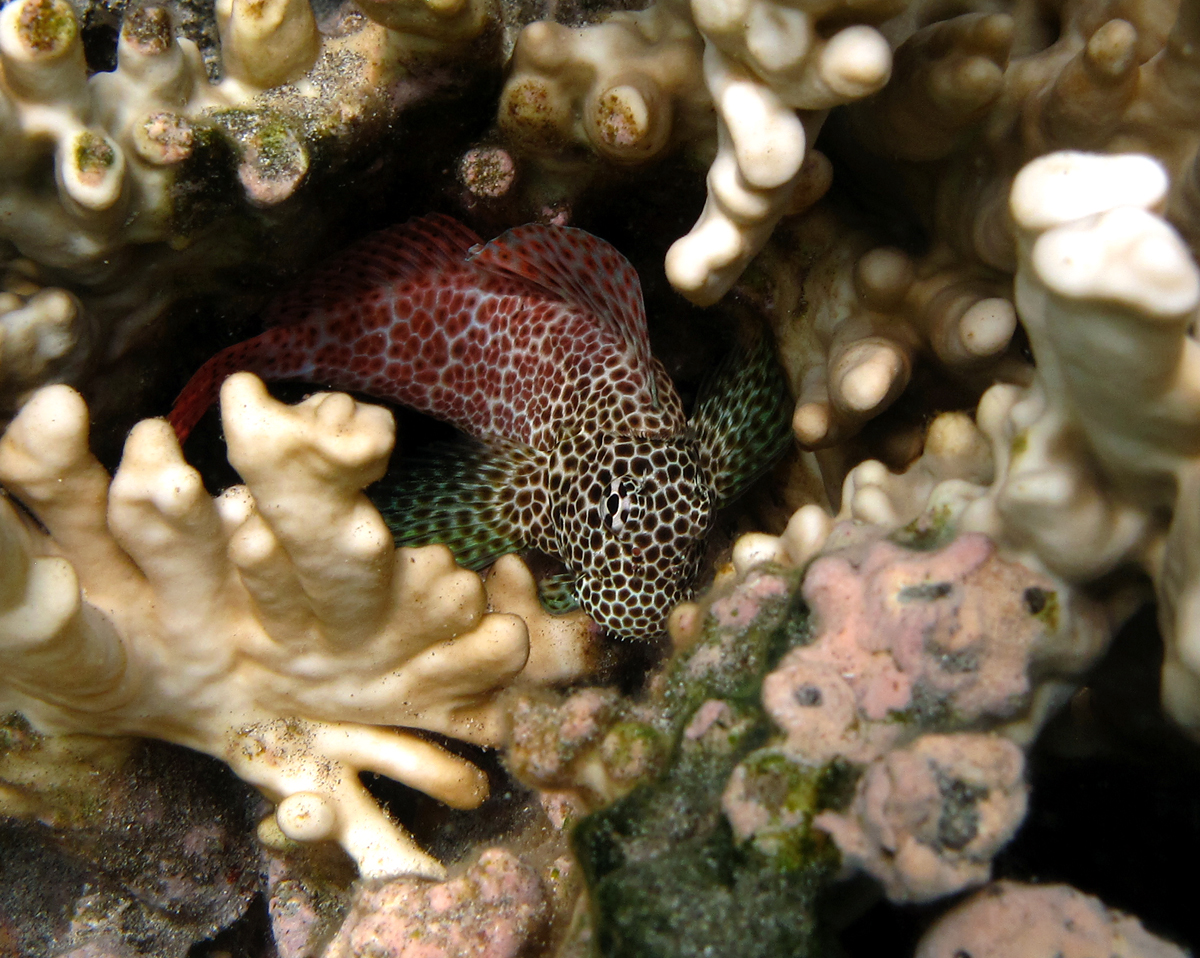
Une blennie léopard (Exallias brevis) dans un corail Millepora
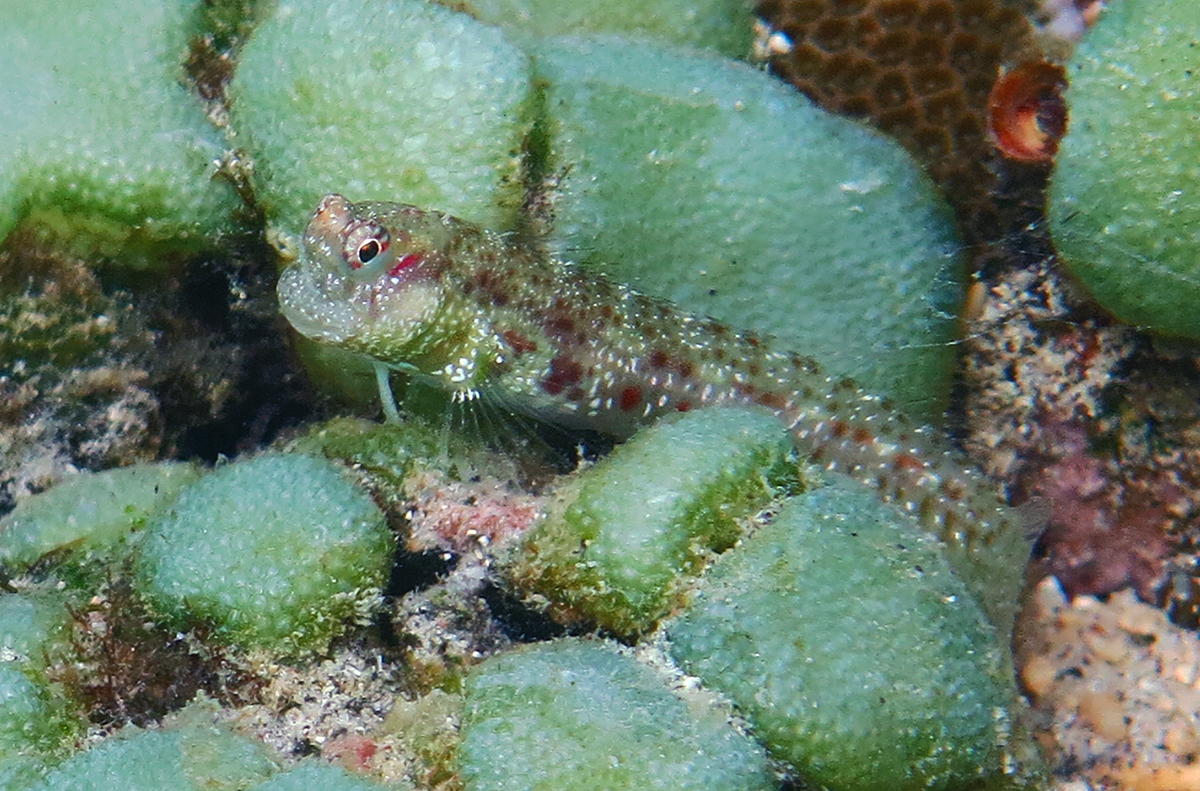
Glyptoparus delicatulus
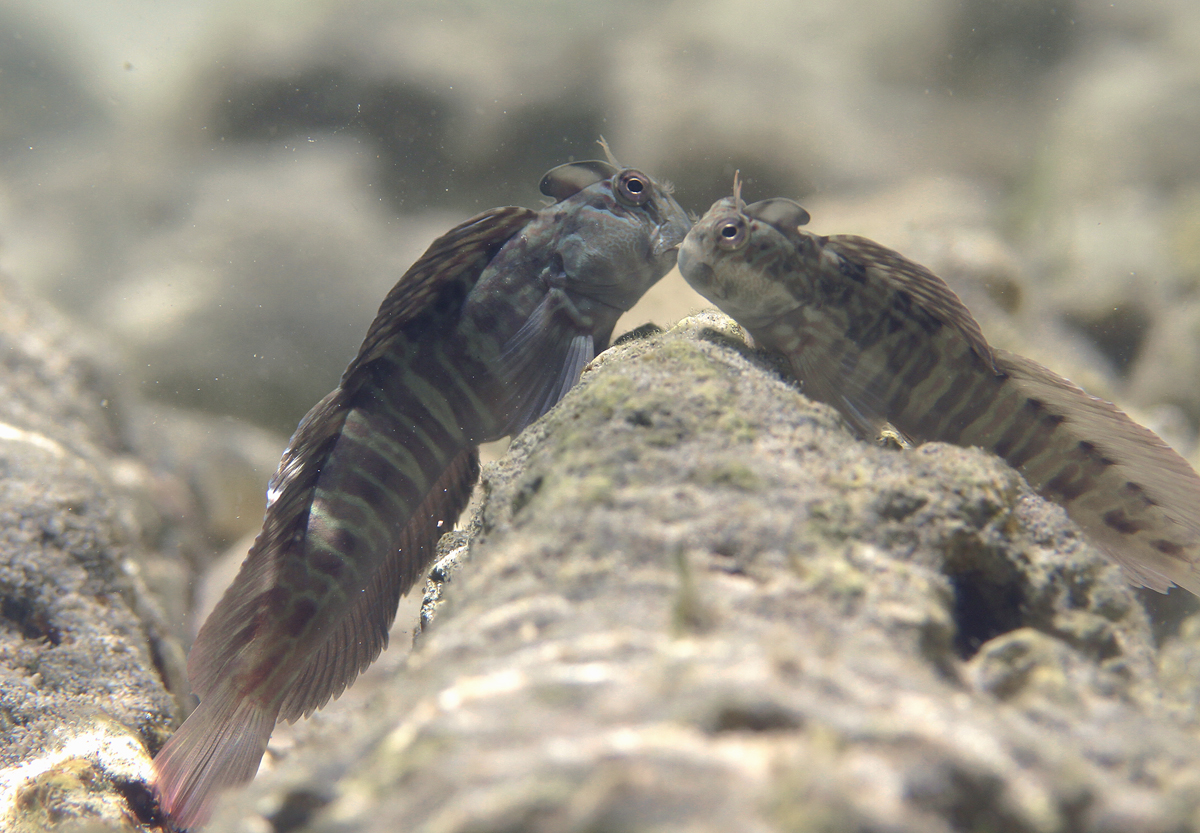
Couple de blennies à rides (Istiblennius edentulus)
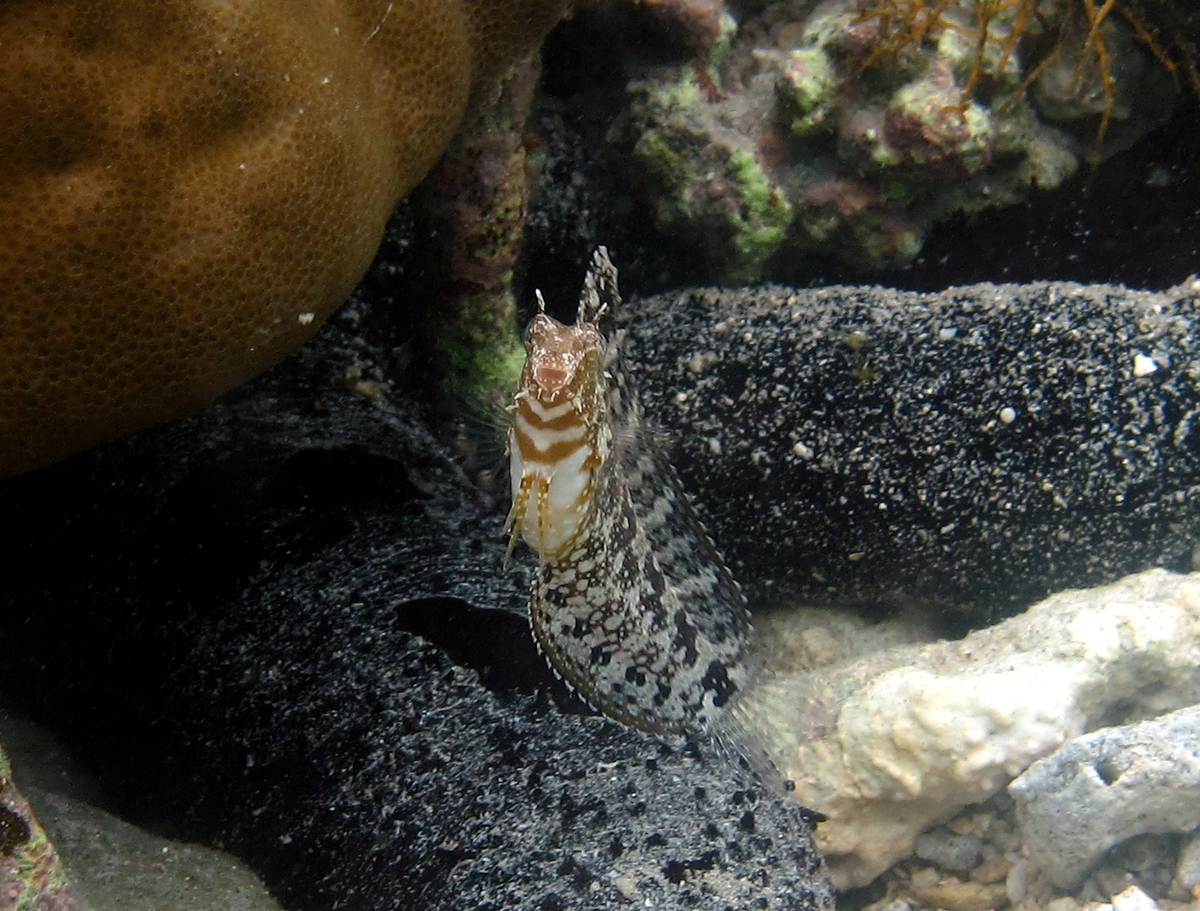
Une blennie à mitre (Petroscirtes mitratus)
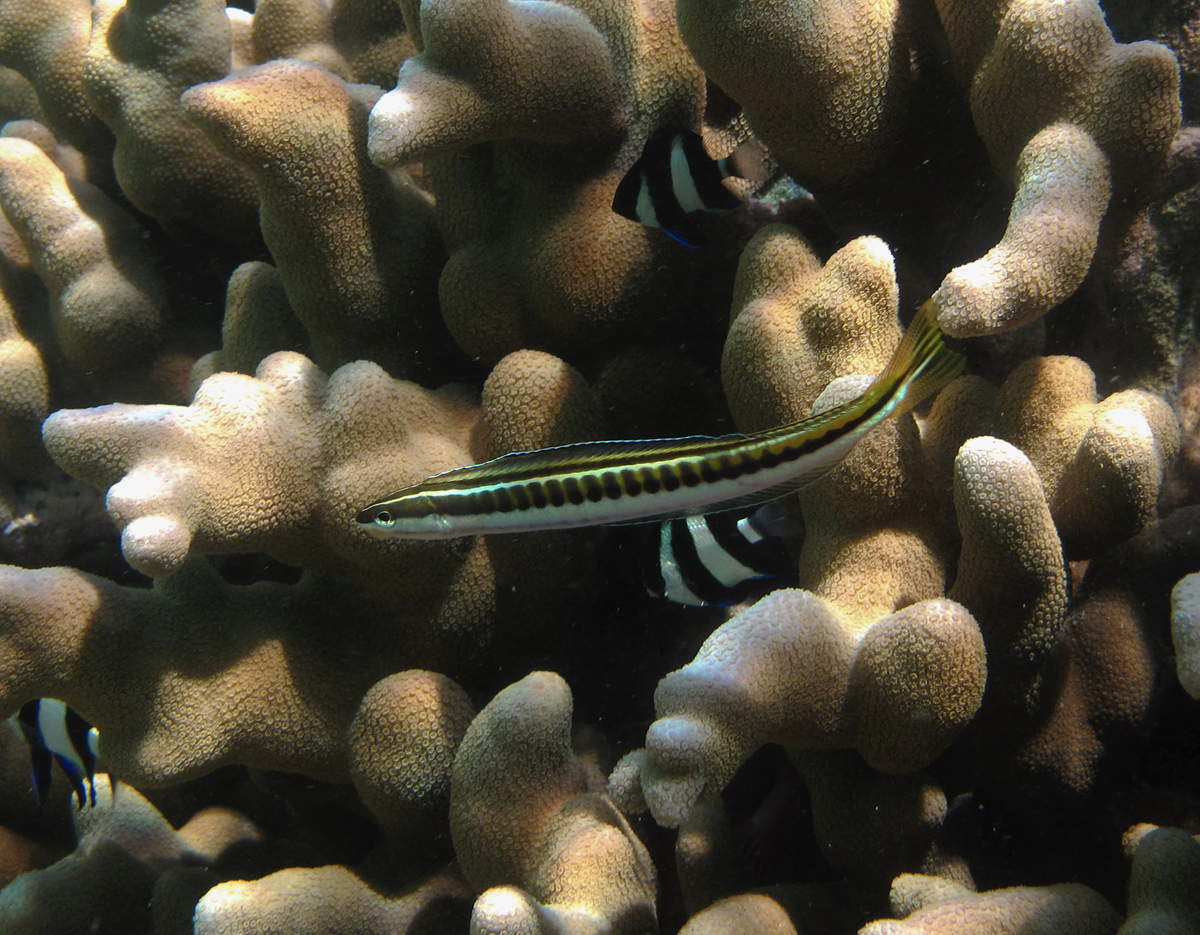
Une blennie à dents acérées (Plagiotremus tapeinosoma)
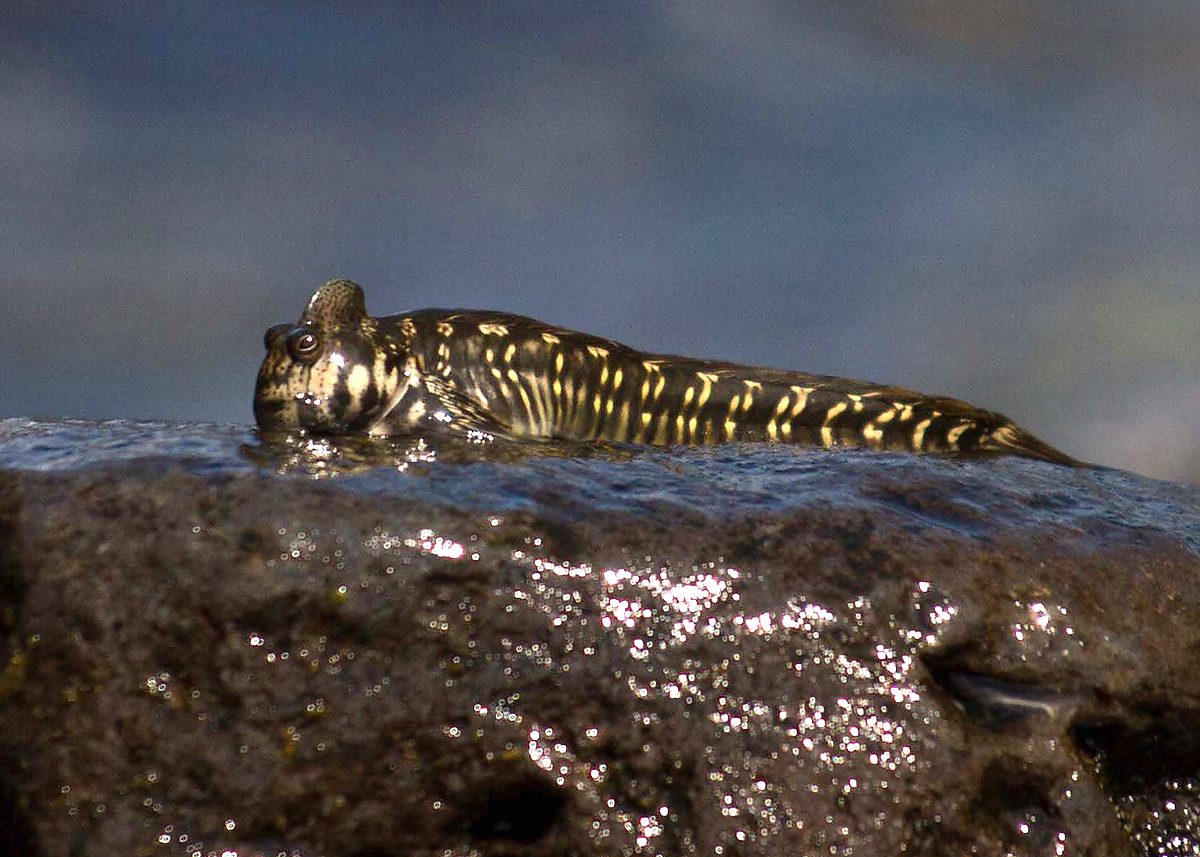
Blennie amphibie (Alticus anjouanae)
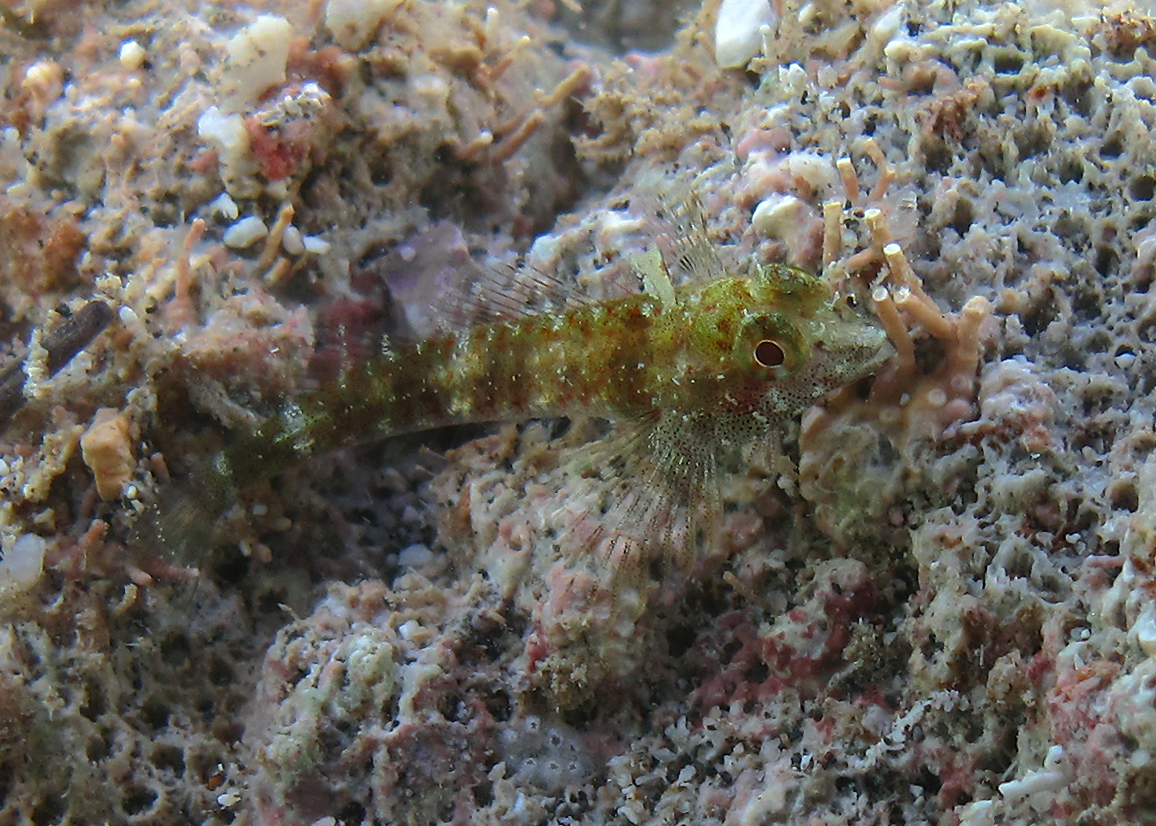
Enneapterygius abeli (femelle, famille des Tripterygiidae)
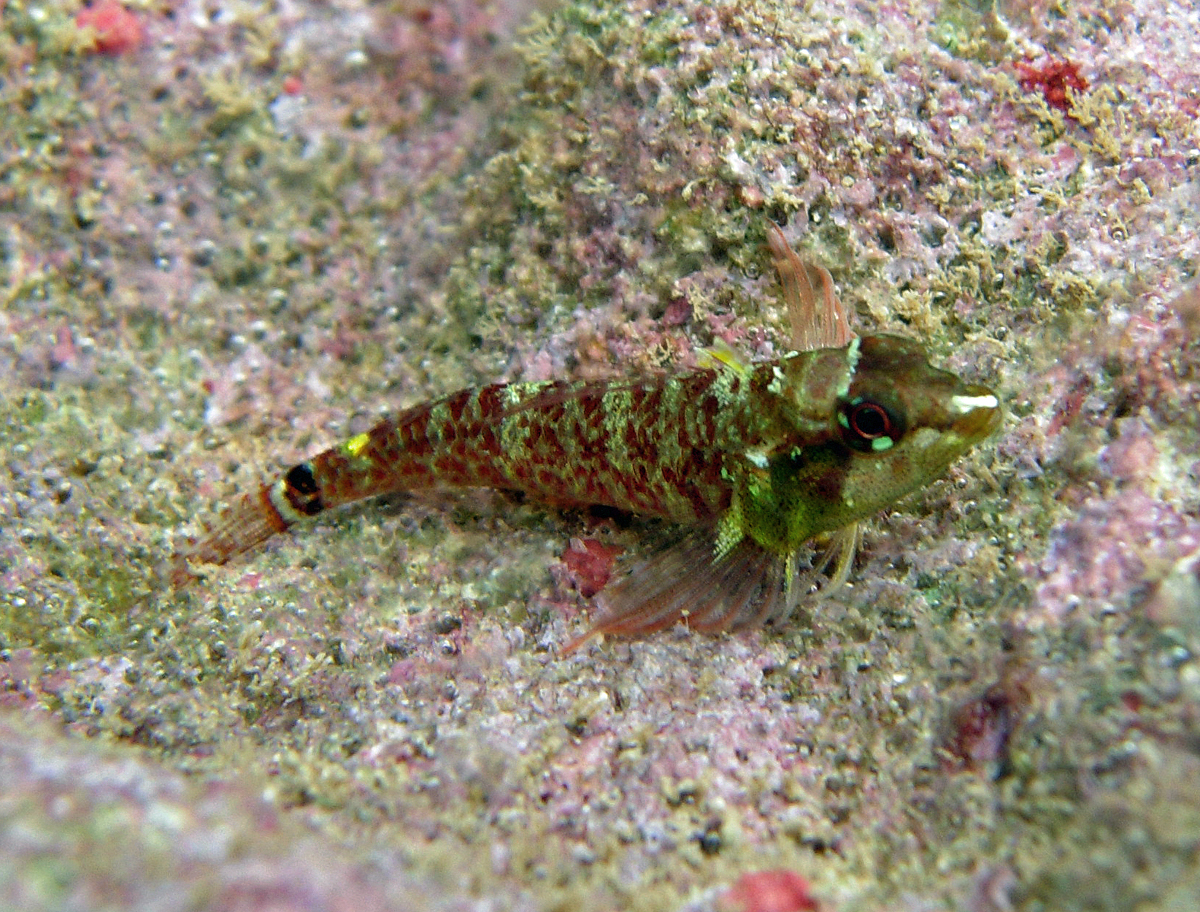
Enneapterygius elegans
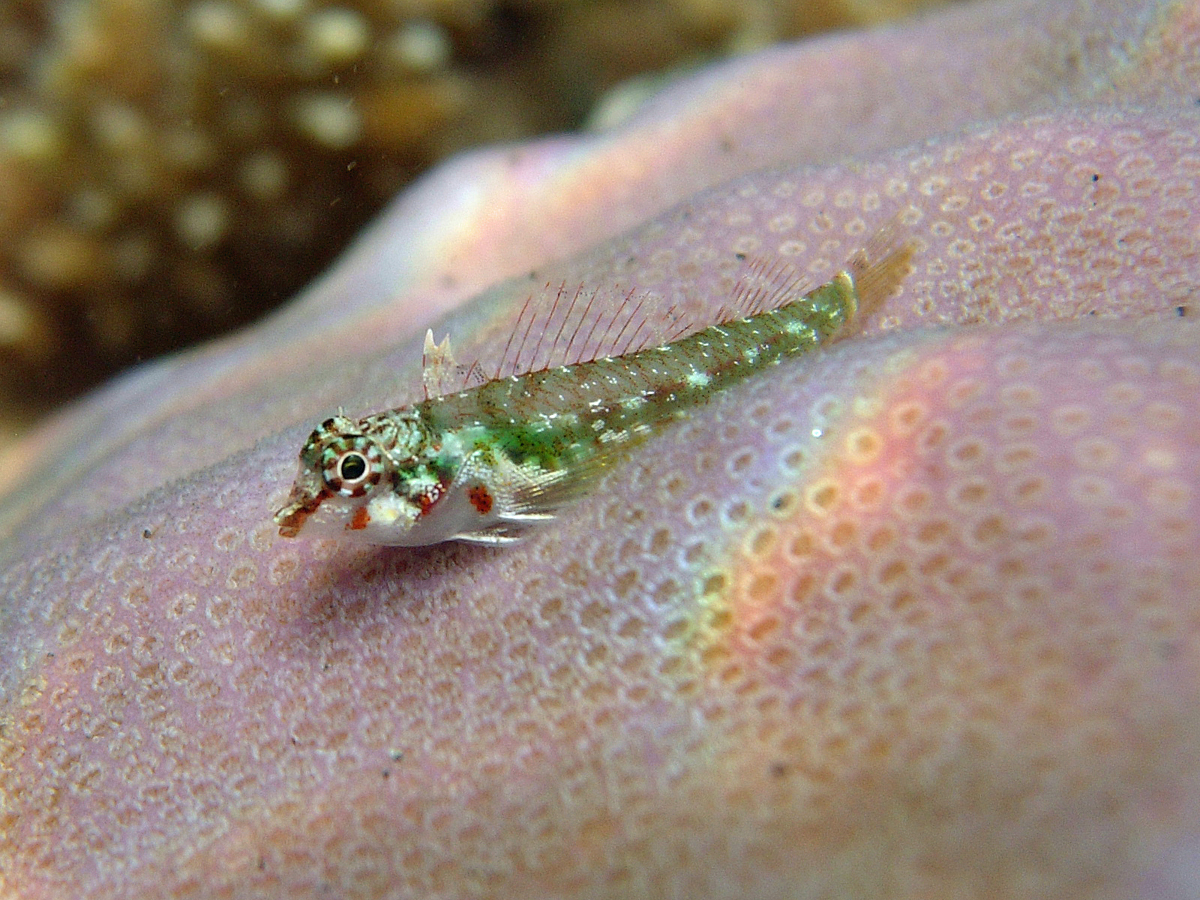
Enneapterygius gruschkai
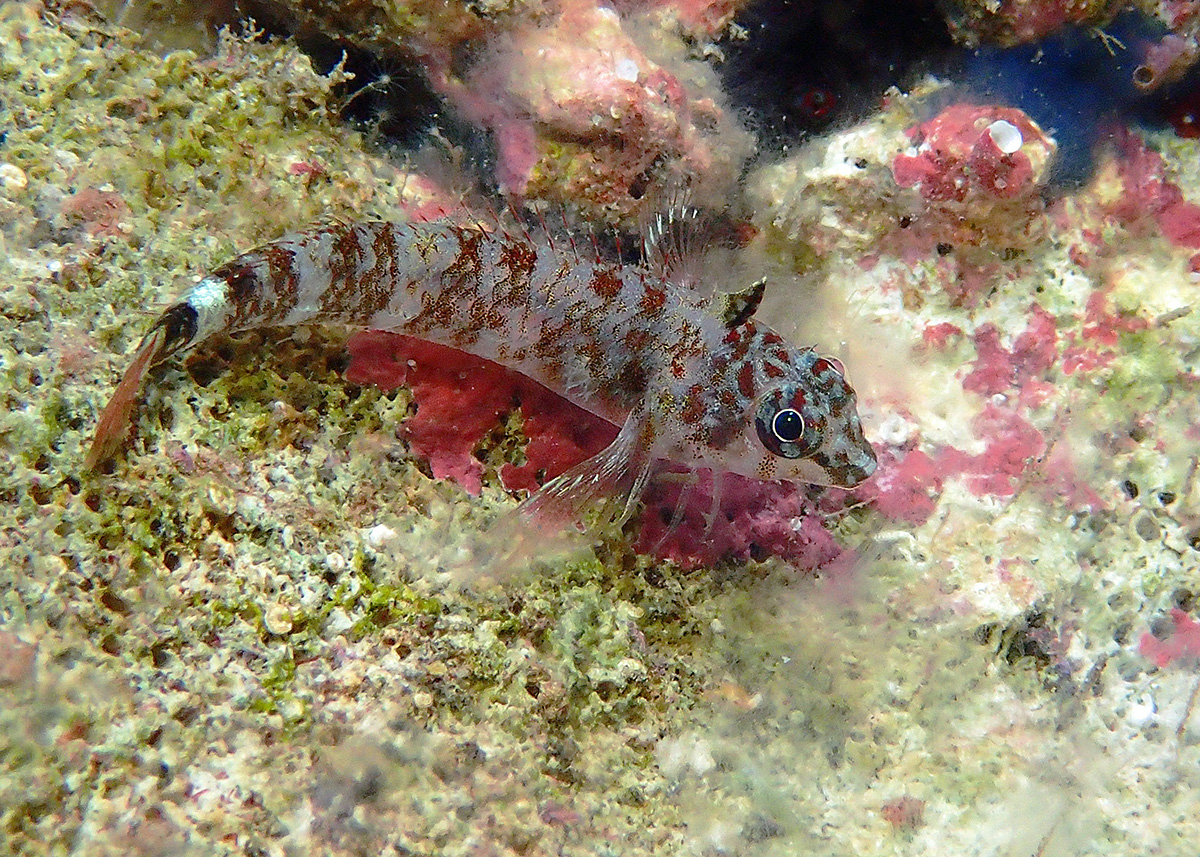
Enneapterygius tutuilae

##### Gobies
Les gobies appartiennent à la famille des Gobiidae, la plus vaste des familles de poissons, qui comprend 250 genres et 1 686 espèces, que l’on peut trouver en eaux douces, saumâtres ou marines. La plupart des gobies mesurent moins de 10 cm. Ils sont caractérisés par une tête large et aplatie, des lèvres charnues, la présence de deux nageoires dorsales et des pelviennes souvent soudées de façon à former une ventouse. La majorité des gobies se nourrit de petits invertébrés, mais certains sont planctonivores. Certains sont en relation symbiotique avec une crevette, notamment du genre Alpheus, l’association pouvant être sélective entre une espèce de gobies et une ou deux espèces de crevettes, et certaines autres sont nettoyeuses.
Quelques espèces sont hermaphrodites protogynes. Les œufs sont fixés sous des pierres ou des coquilles, et seront gardés par le mâle jusqu’à éclosion. 52 espèces de Gobies ont été recensées à La Réunion.

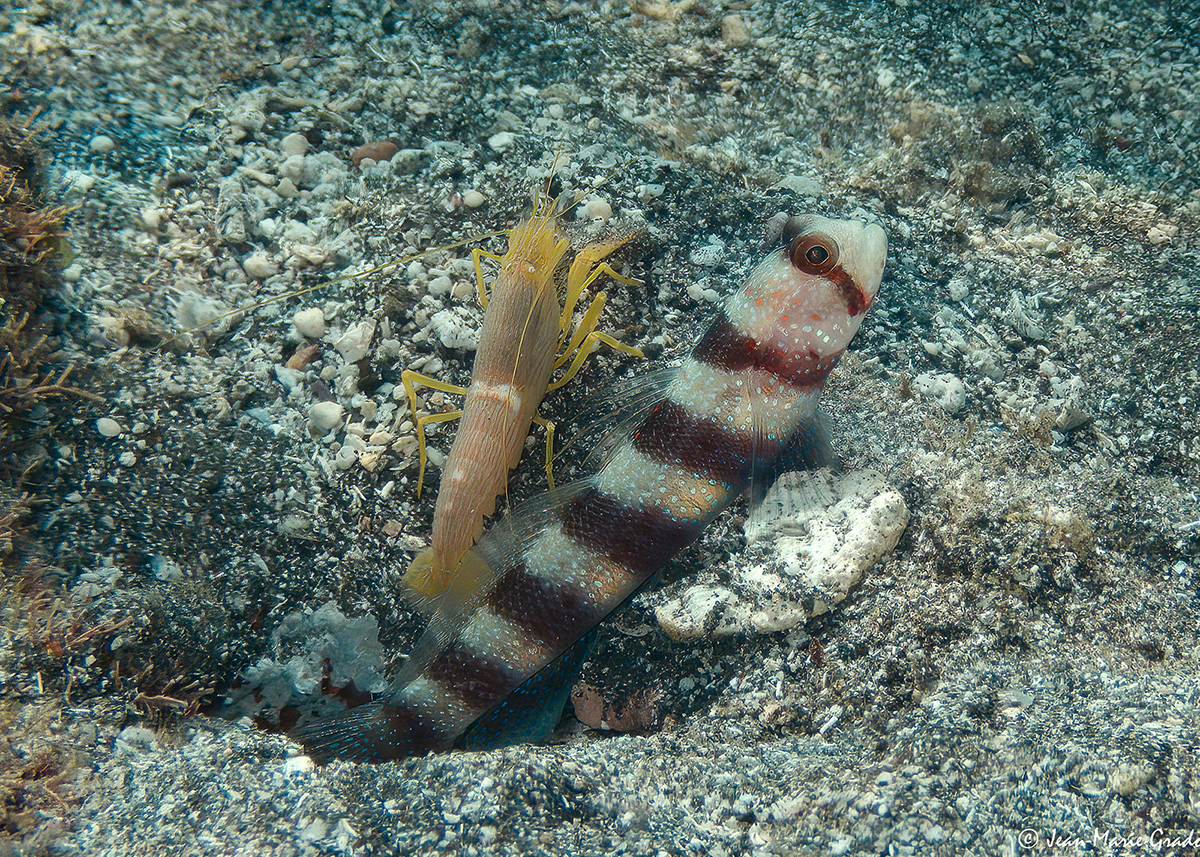
Gobie Amblyeleotris wheeleri associé à Alpheus ochrostriatus
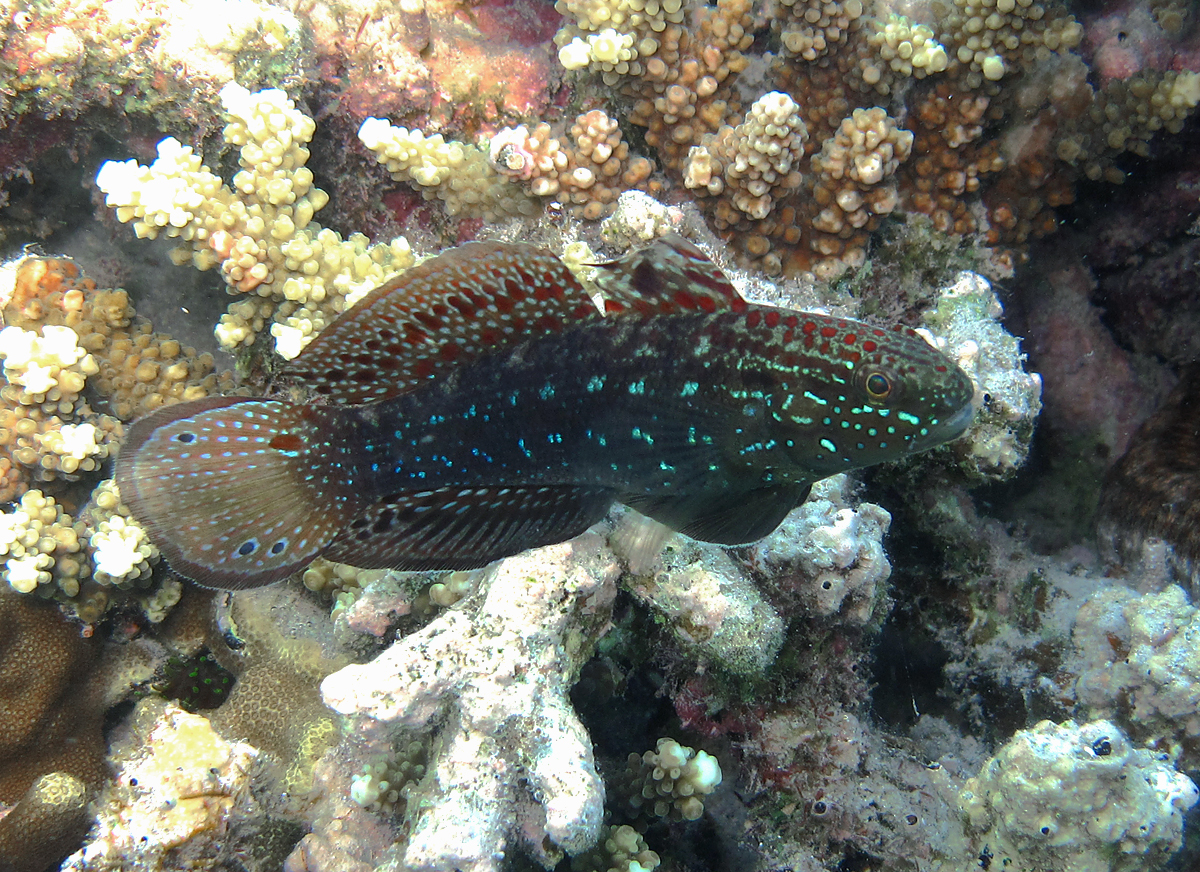
Un gobie galone (Amblygobius semicinctus)
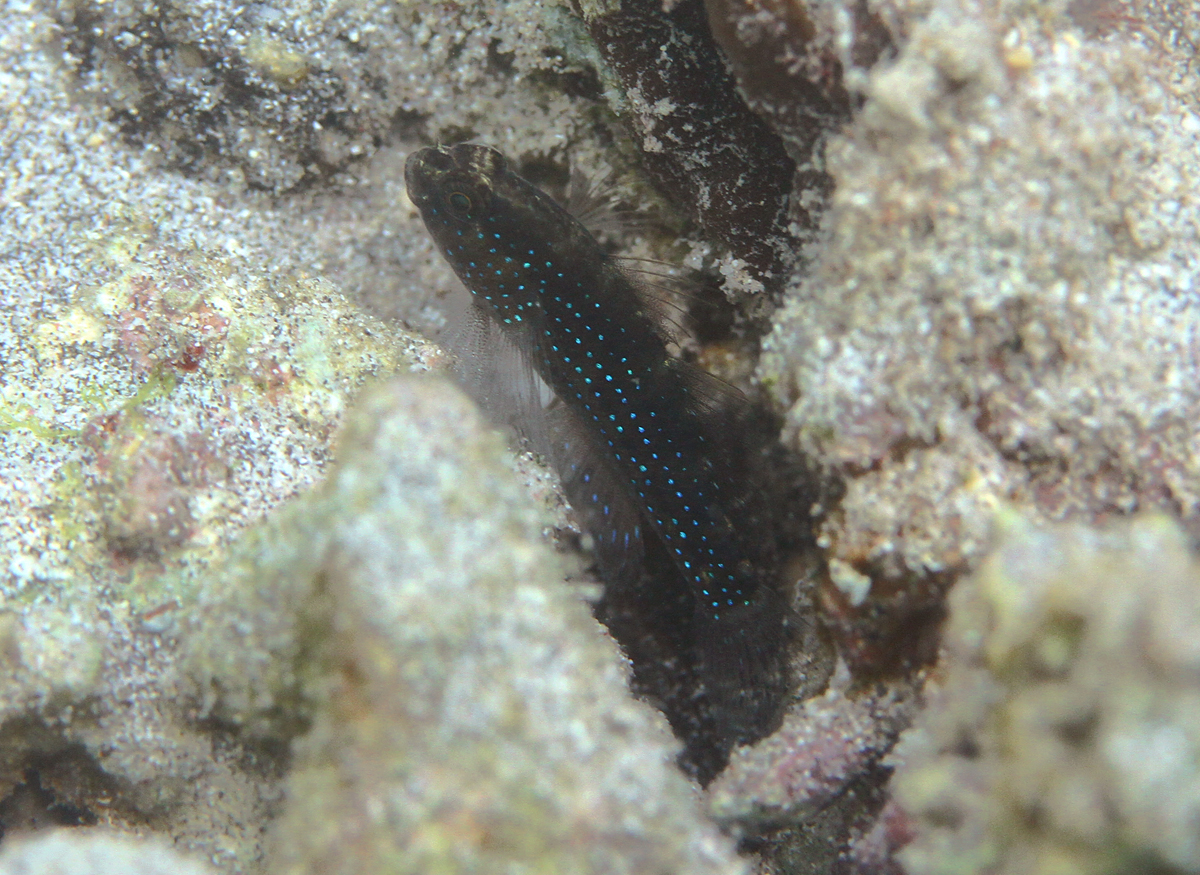
Un gobie étoilé (Asterropteryx semipunctata)
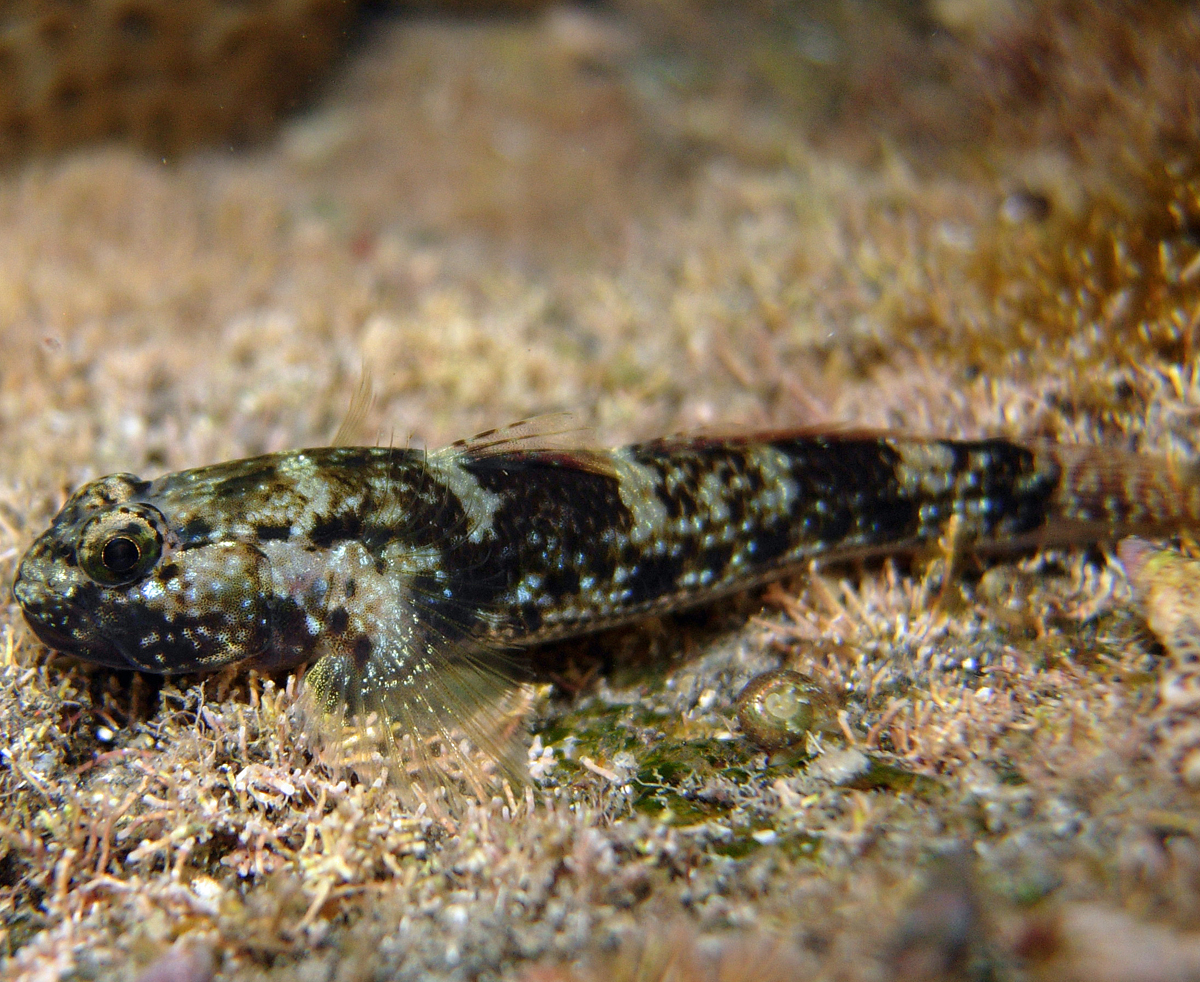
Bathygobius cocosensis?
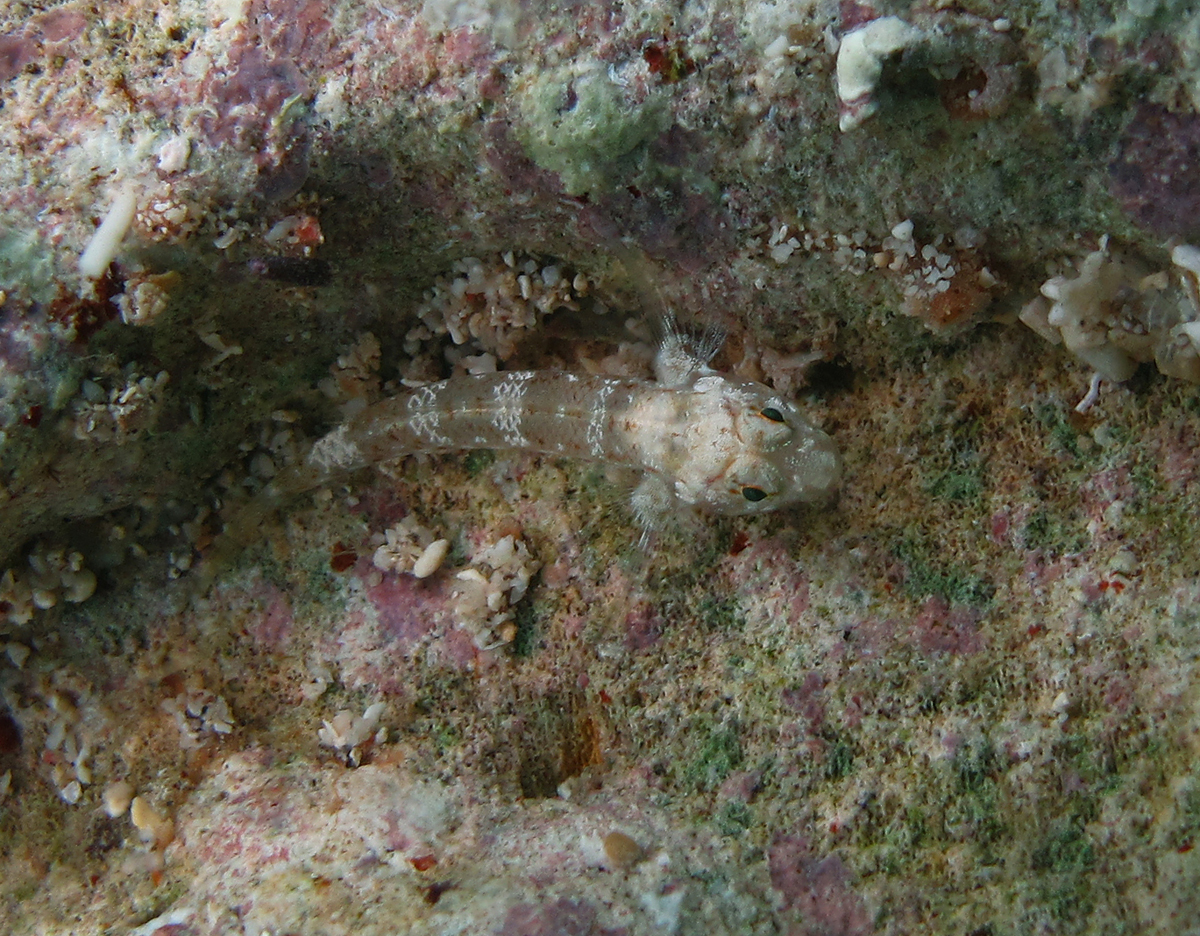
Cabillus tongarevae juvénile
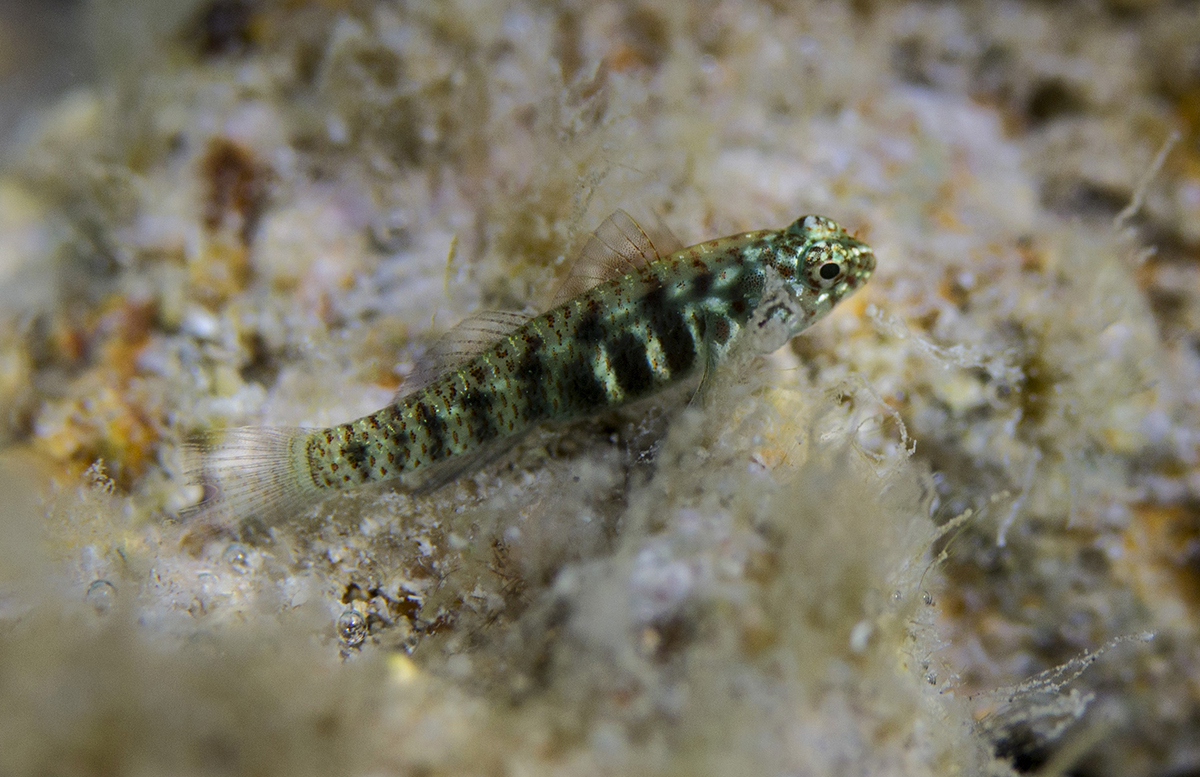
Un gobie pygmée (Eviota prasina)
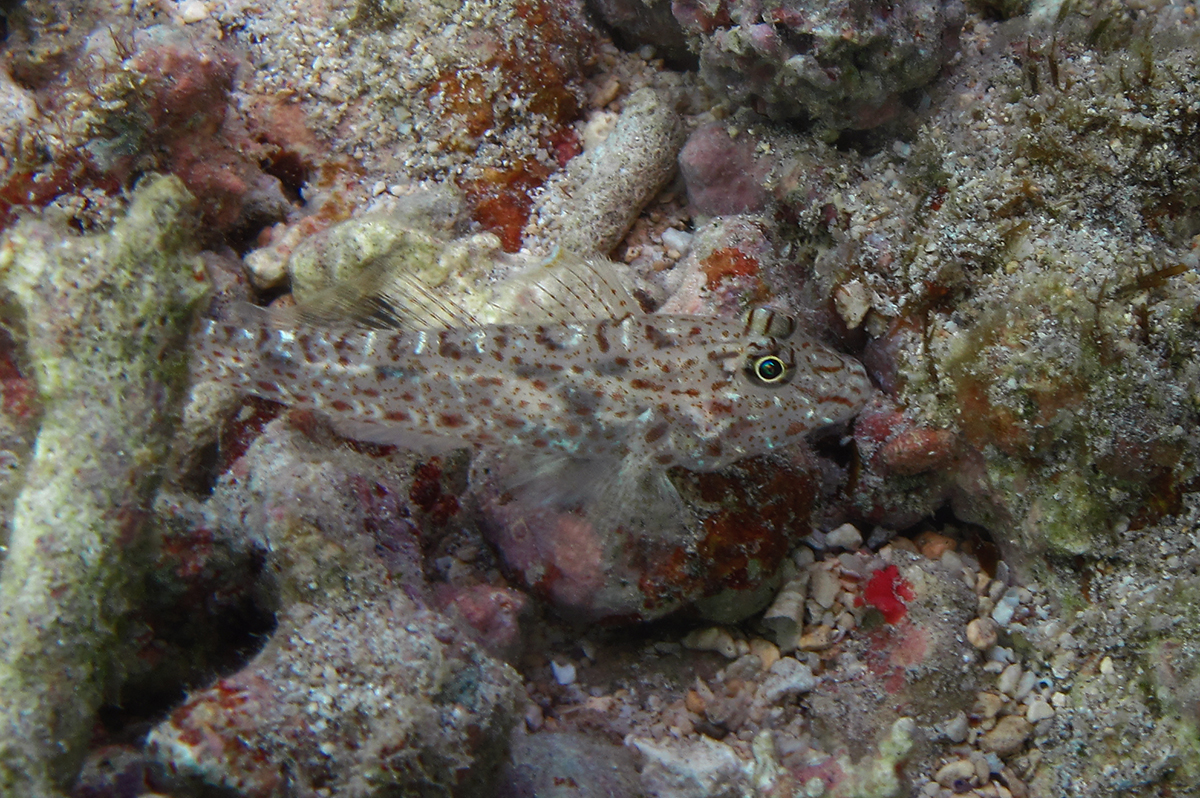
Un gobie Fusigobius neophytus
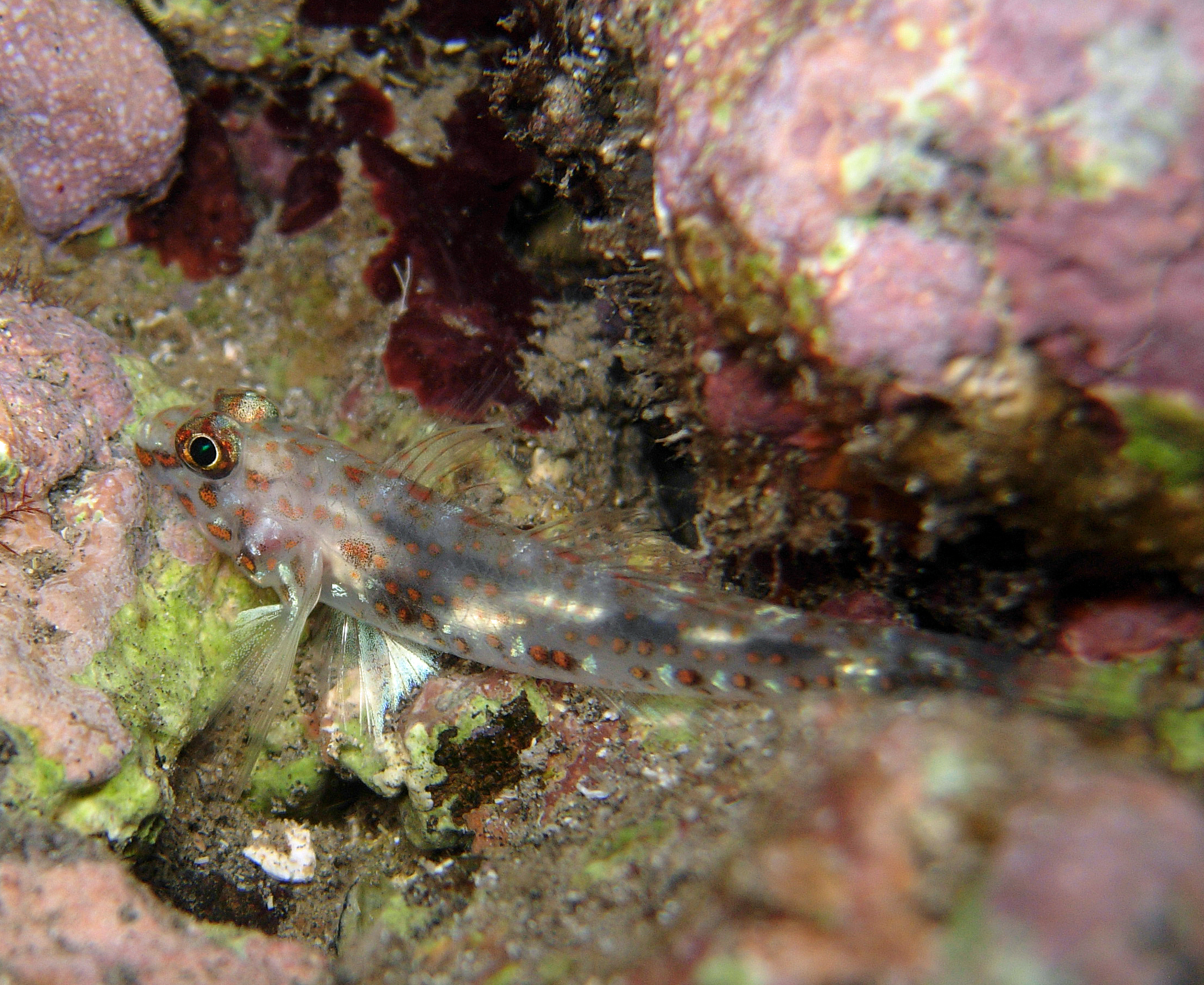
Un gobie Fusigobius maximus
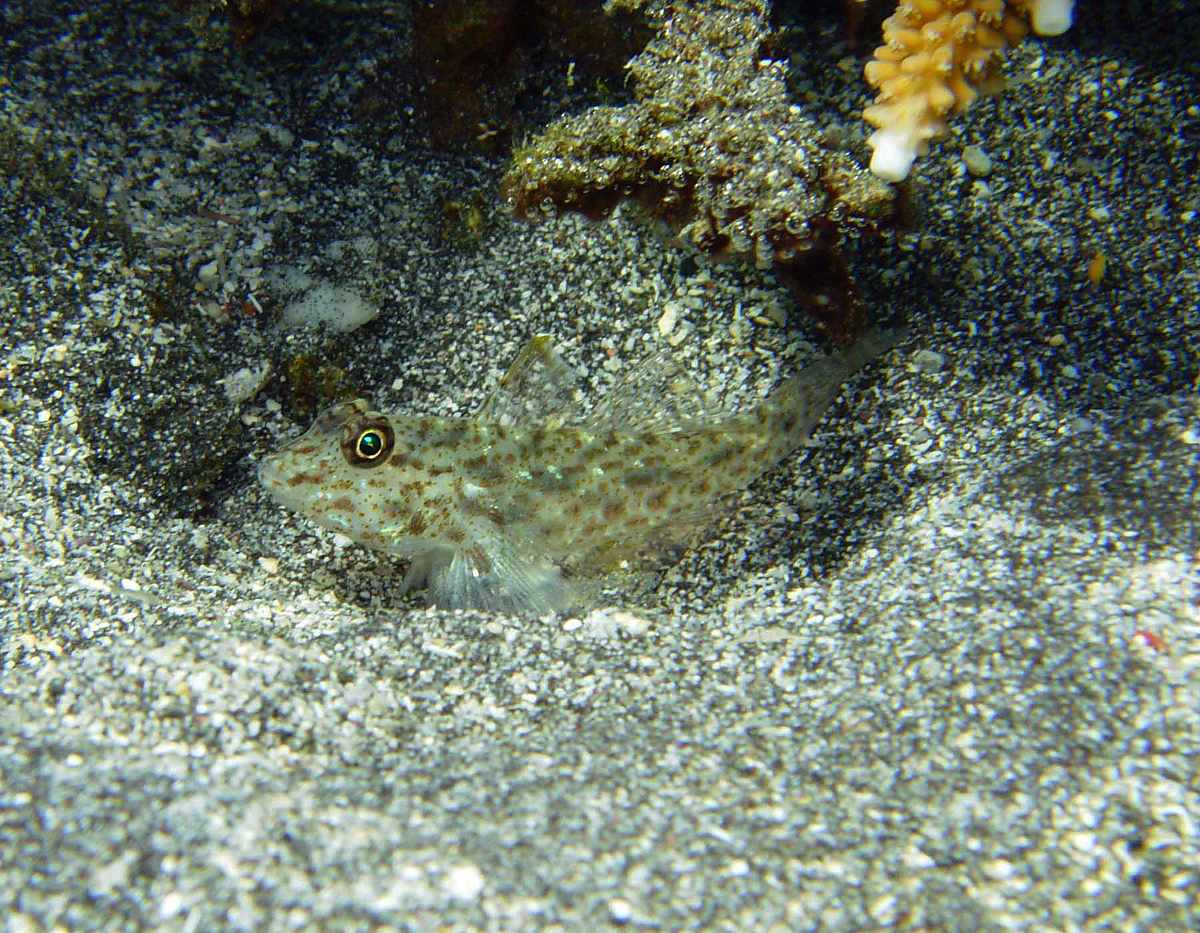
Fusigobius neophytus
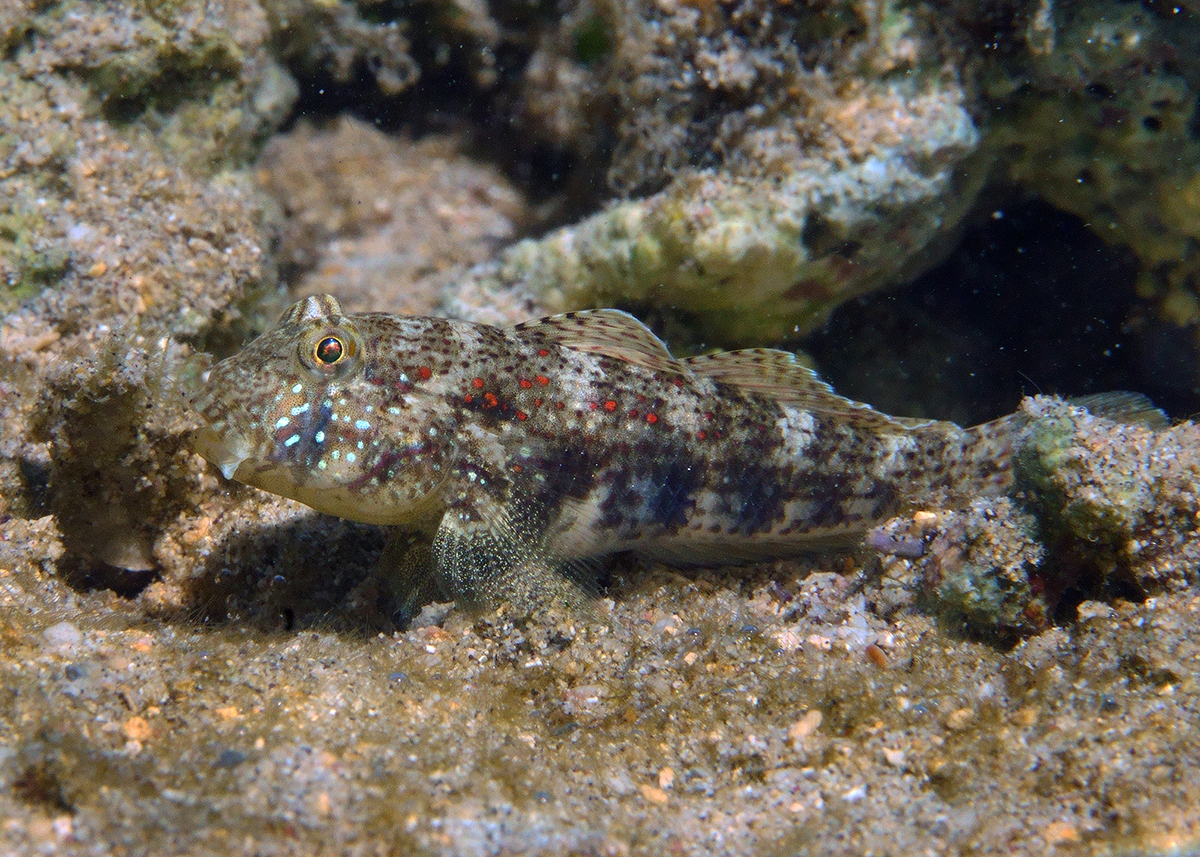
Gobie à œil rayé (Gnatholepis anjerensis)
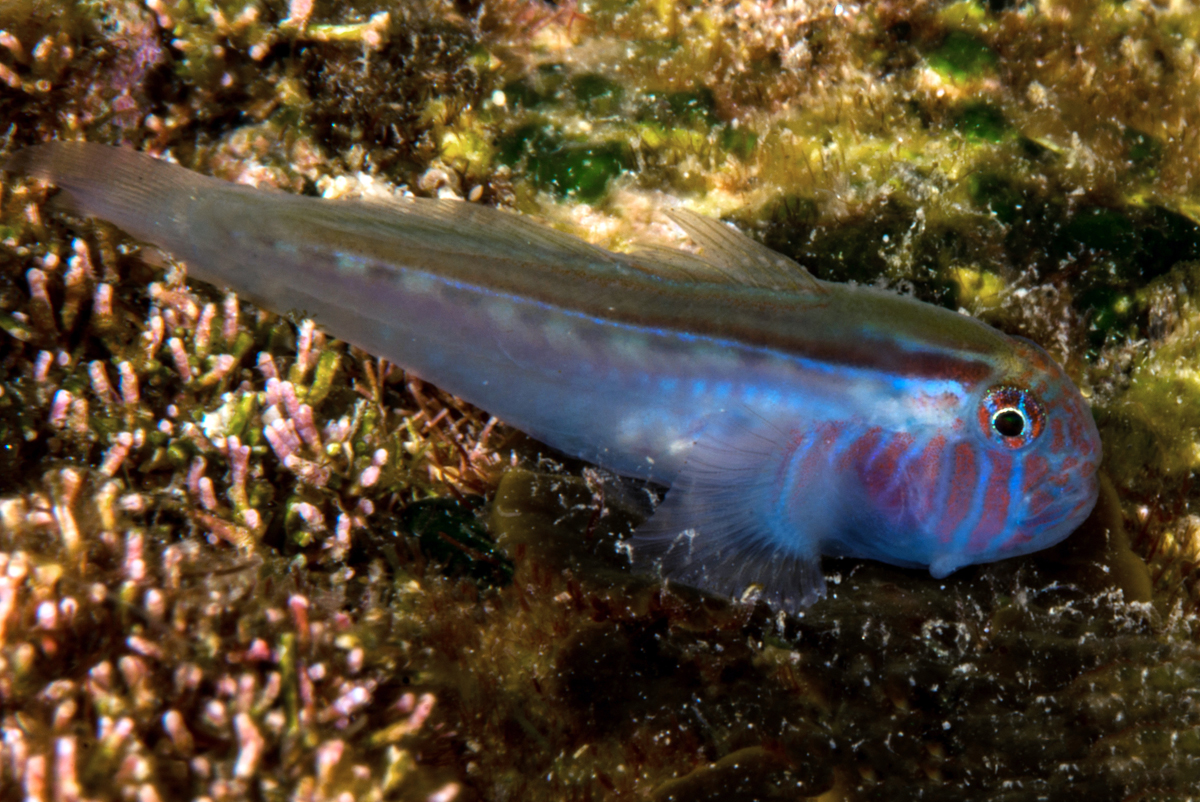
Gobiodon rivulatus
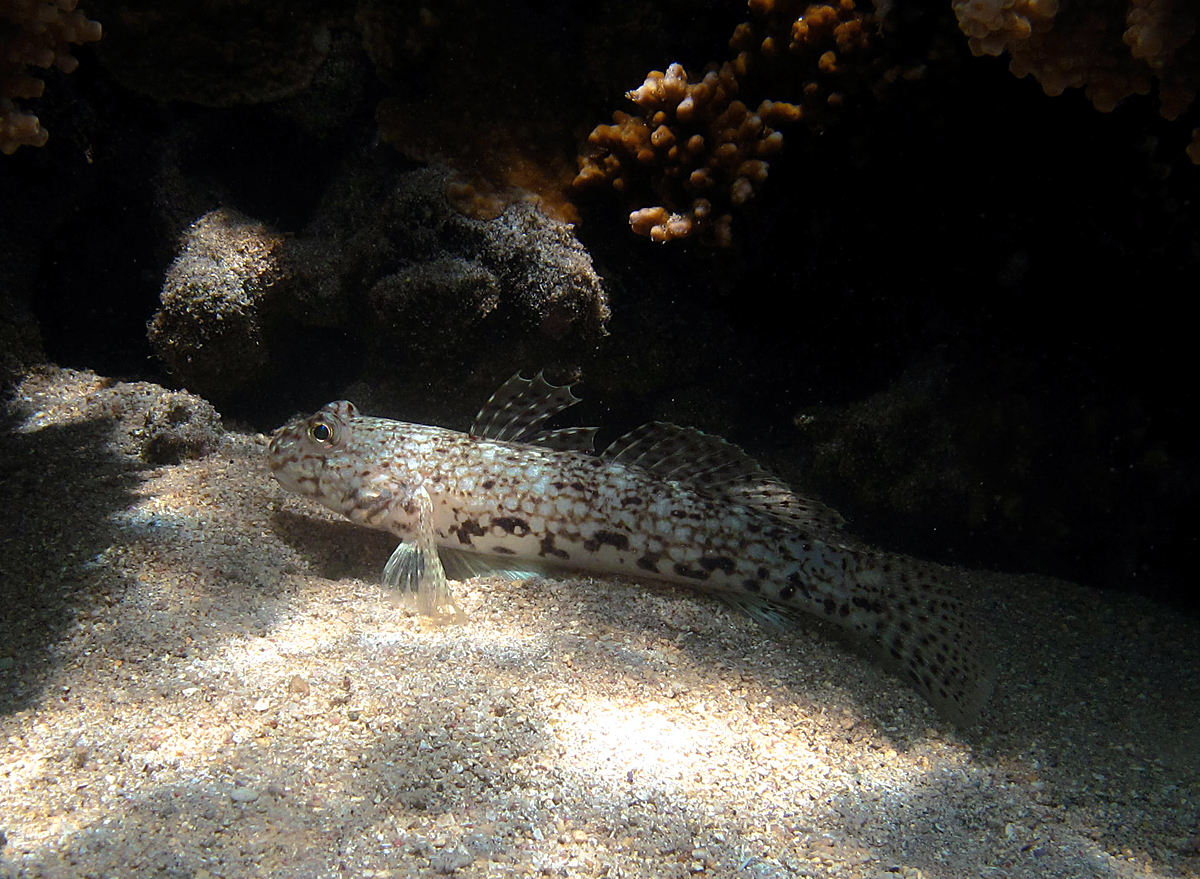
Un gobie décoré (Istigobius decoratus)
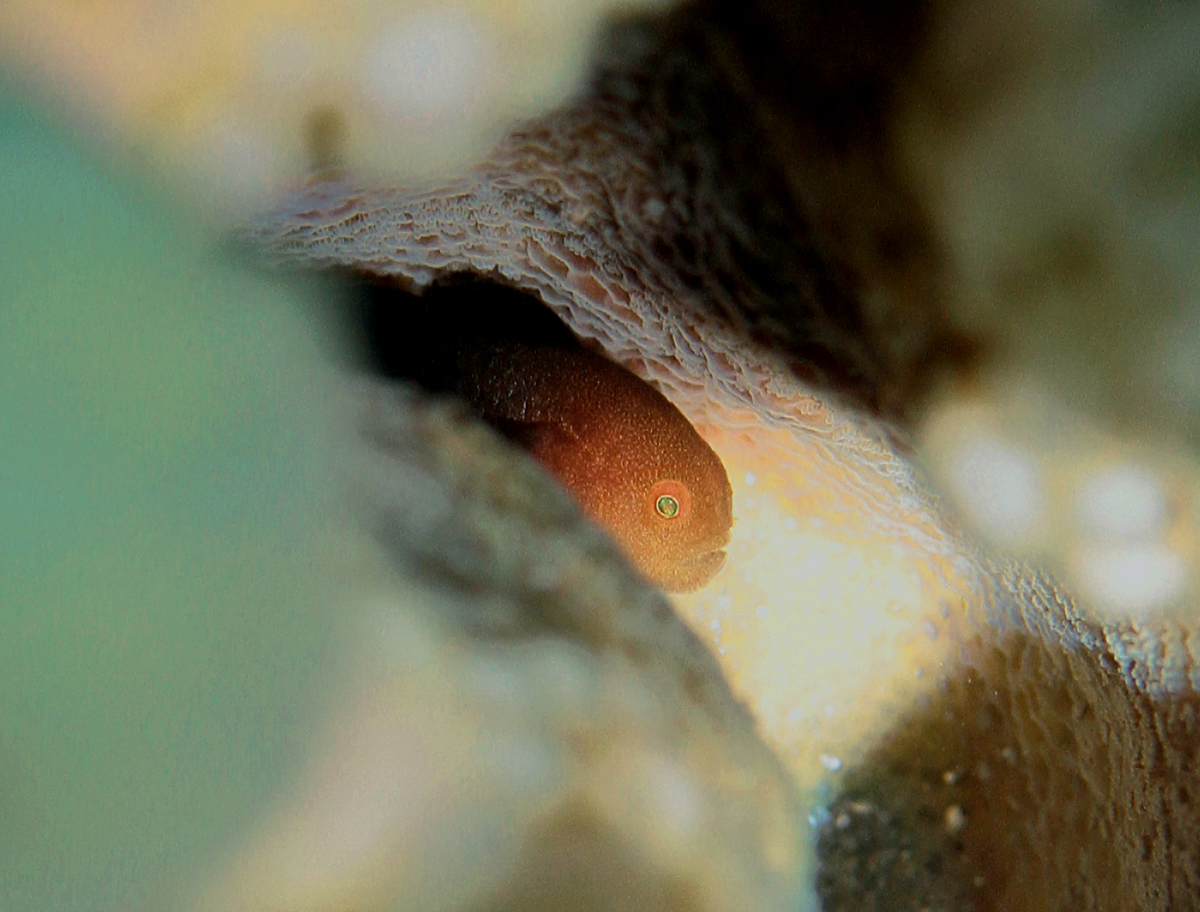
Un minuscule gobie Paragobiodon modestus caché dans un corail Pocillopora
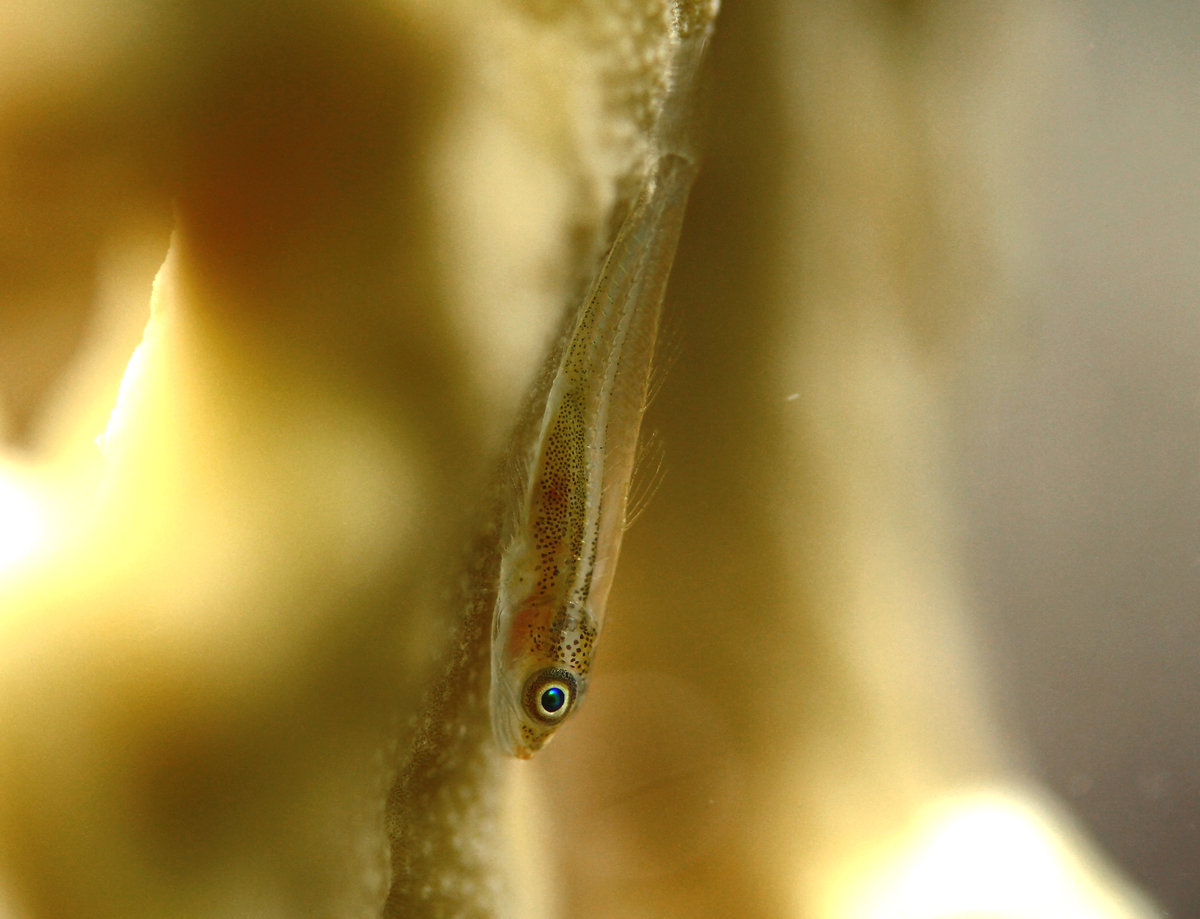
Un minuscule gobie nain de Michel (Pleurosicya micheli) sur un corail Millepora
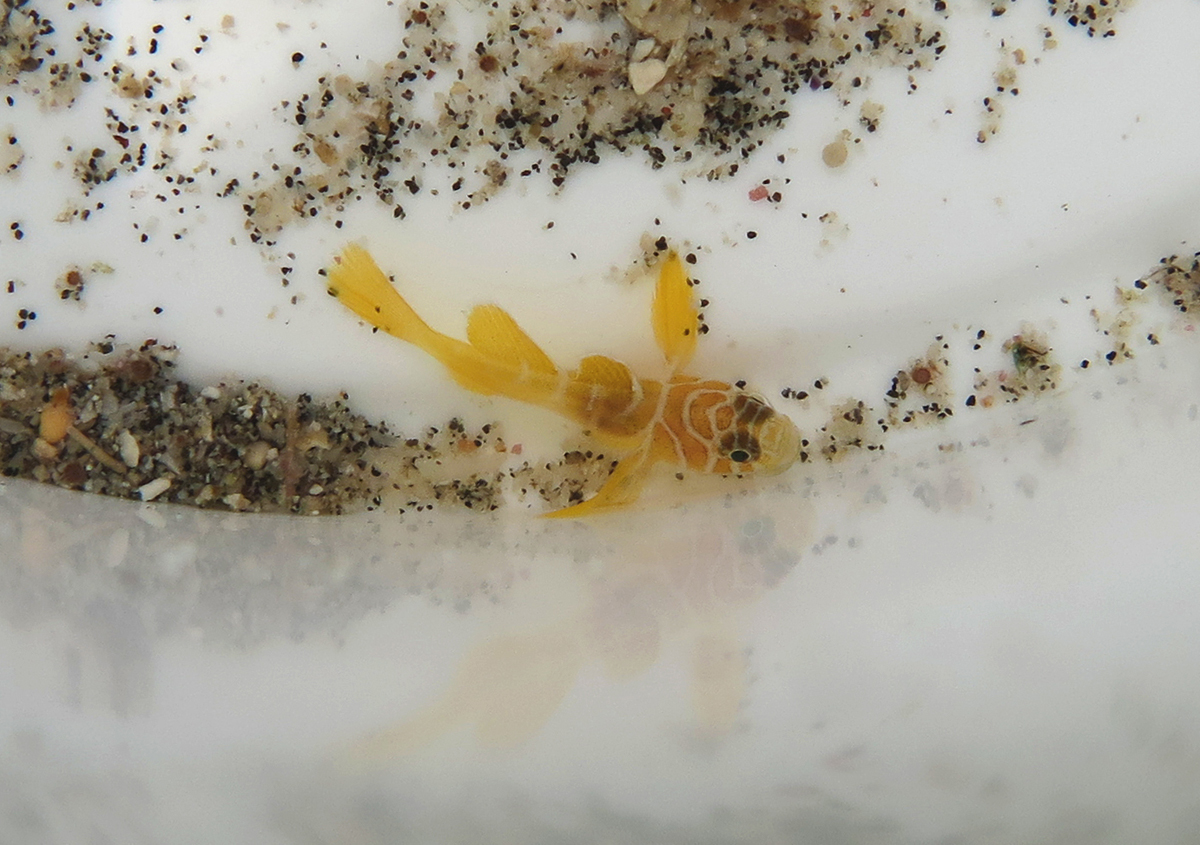
Priolepis semidoliata juvénile
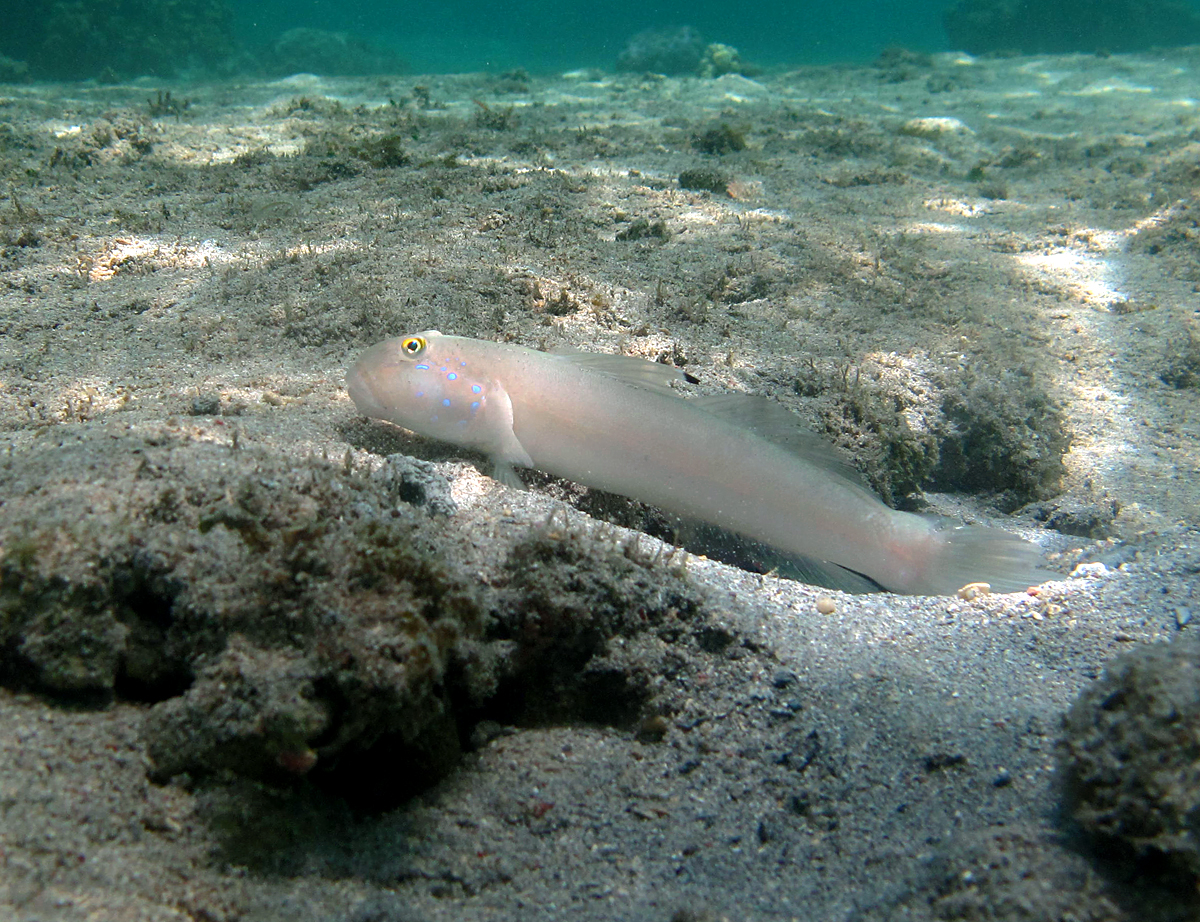
Un gobie à six taches (Valenciennea sexguttata)
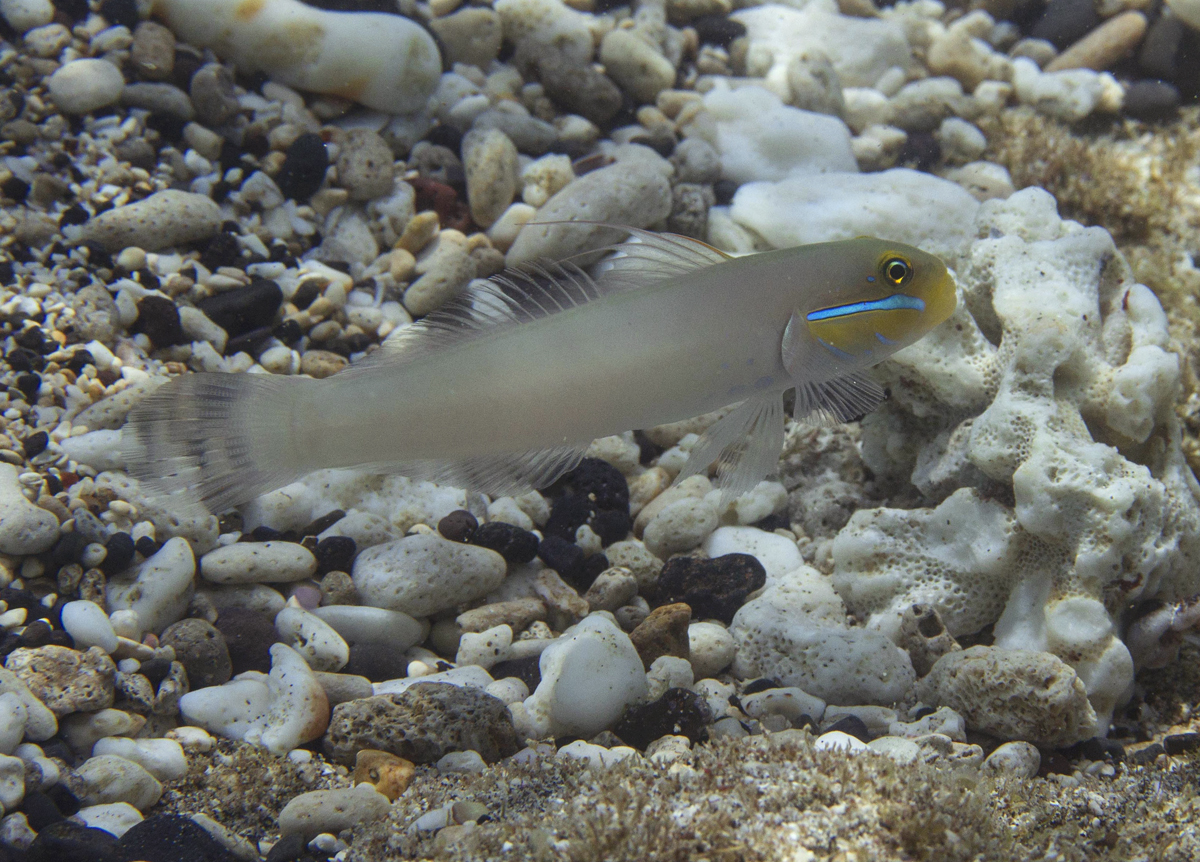
Un gobie soyeux à joues bleues (Valenciennea strigata)
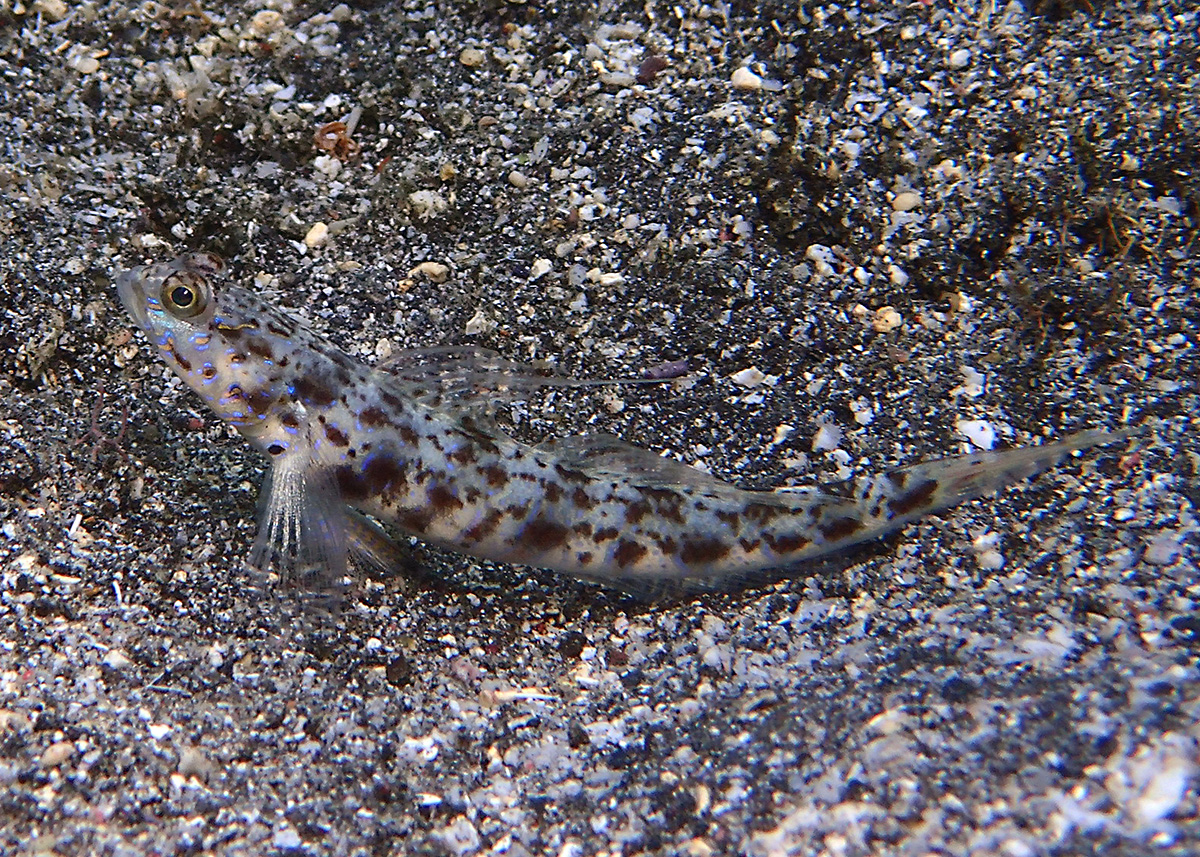
Un gobie orné (Vanderhorstia ornatissima)
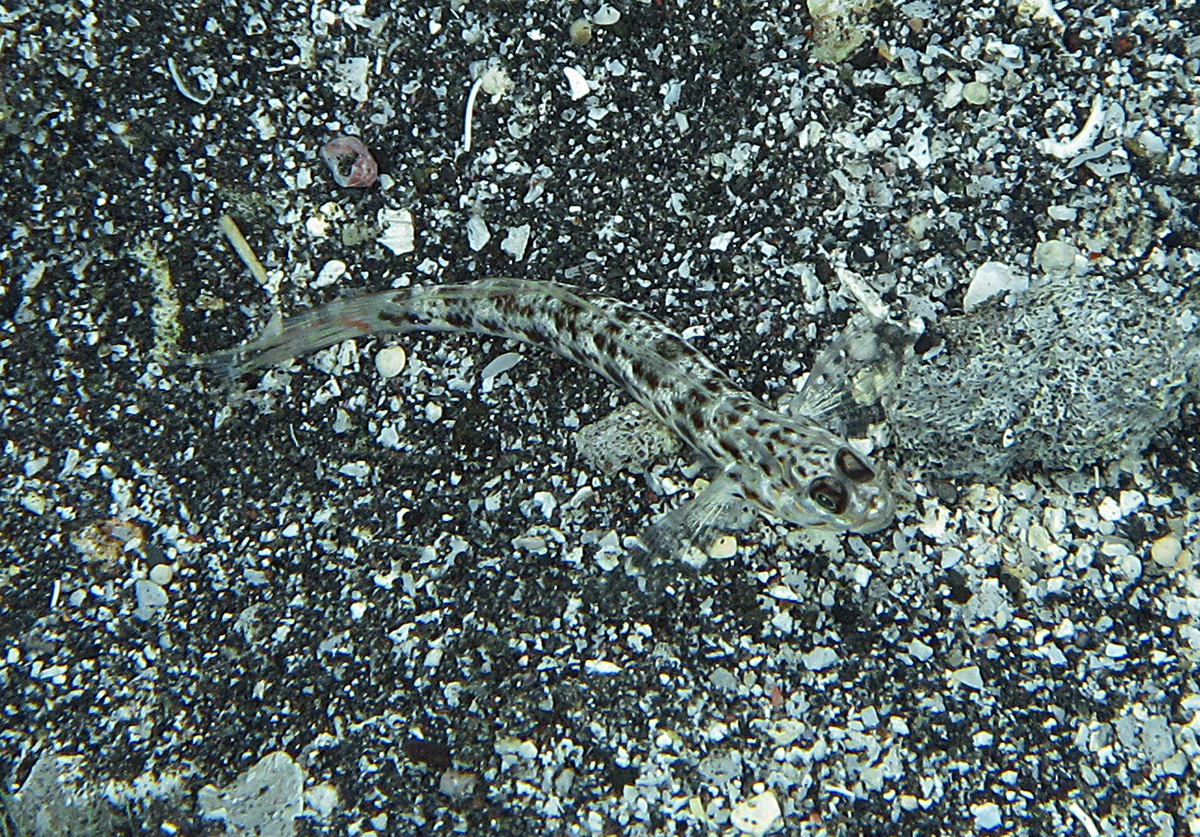
Un gobie du genre Vanderhorstia

##### Poissons-chirurgiens et licornes
Les poissons-chirurgiens appartiennent à la famille des Acanthuridae, qui comprend 6 genres et 82 espèces. Cette famille inclut les poissons-licornes ou nasons. Ils sont caractérisés par un dos élevé, un front bombé, des nageoires dorsale et anale longues et une petite bouche terminale. Une paire d’épines tranchantes, mobiles chez les chirurgiens et fixe chez les nasons, arme les flancs du pédoncule caudal (ce sont les « scalpels » qui justifient le nom vernaculaire du groupe). La majorité se nourrit d’algues, mais certaines espèces consomment du zooplancton, des détritus ou des invertébrés. Les poissons chirurgiens sont  territoriaux, certaines espèces forment des harems. La reproduction se fait par couples ou en groupes, ou les deux dans quelques espèces. Les gamètes sont libérés en pleine eau, la fécondation est donc externe. 28 espèces d’Acanthuridae ont été recensées à La Réunion.

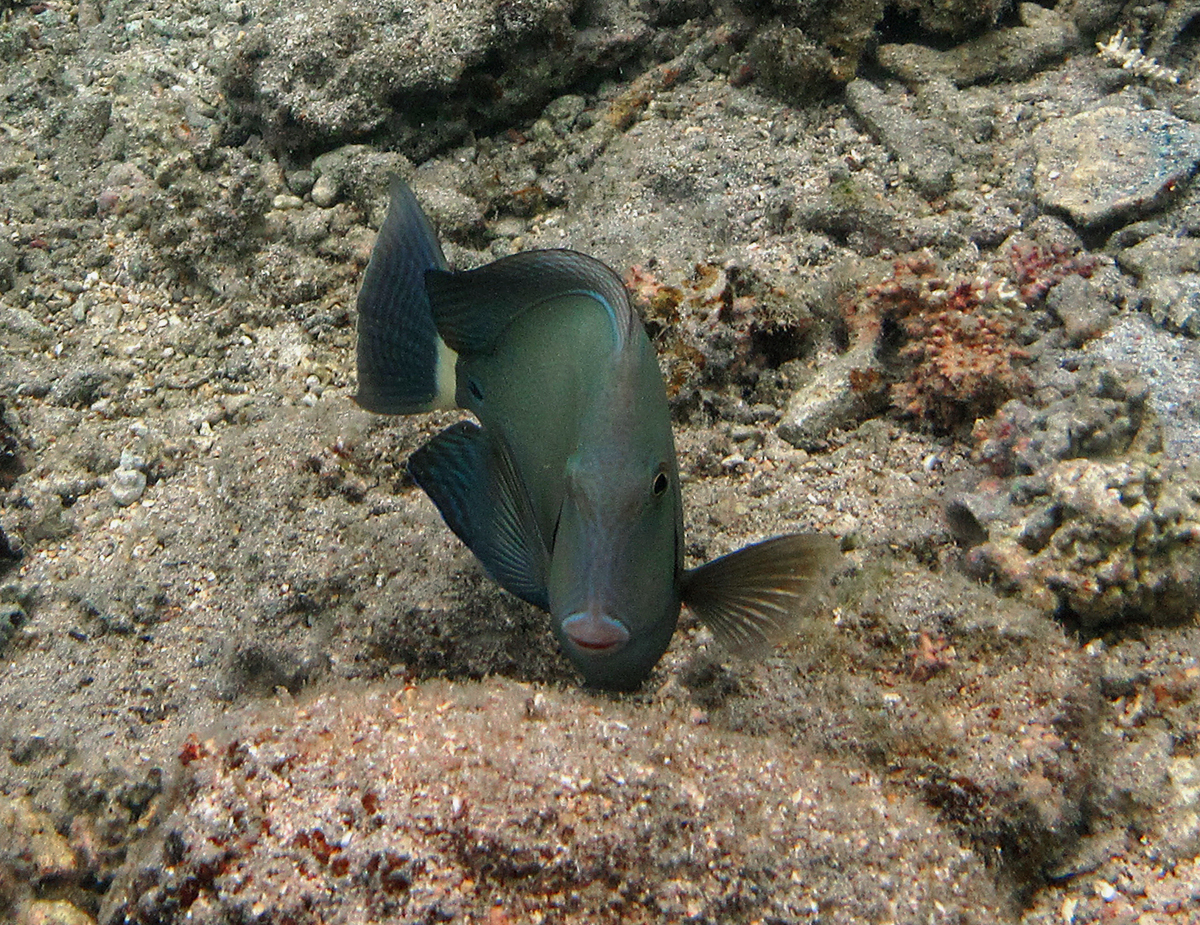
Un poisson chirurgien sombre (Acanthurus blochii)
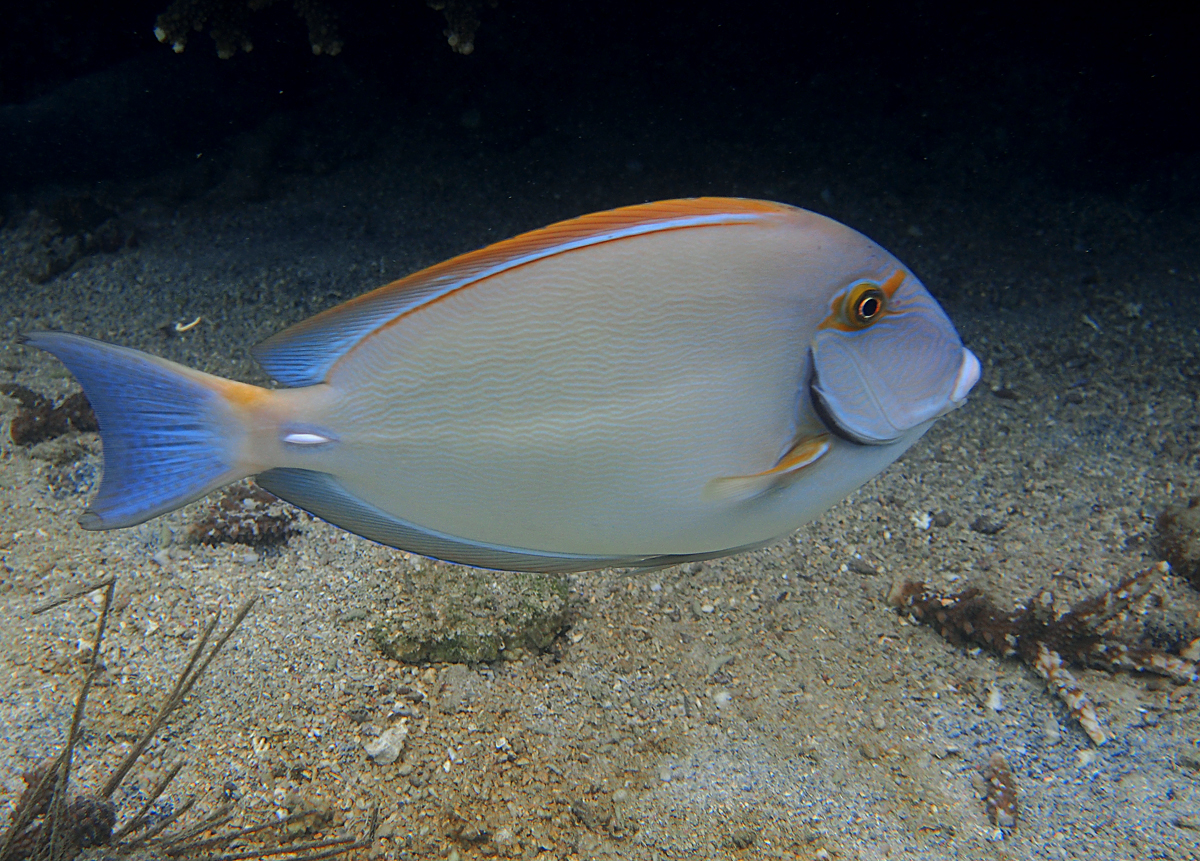
Un chirurgien couronné (Acanthurus dussumieri)
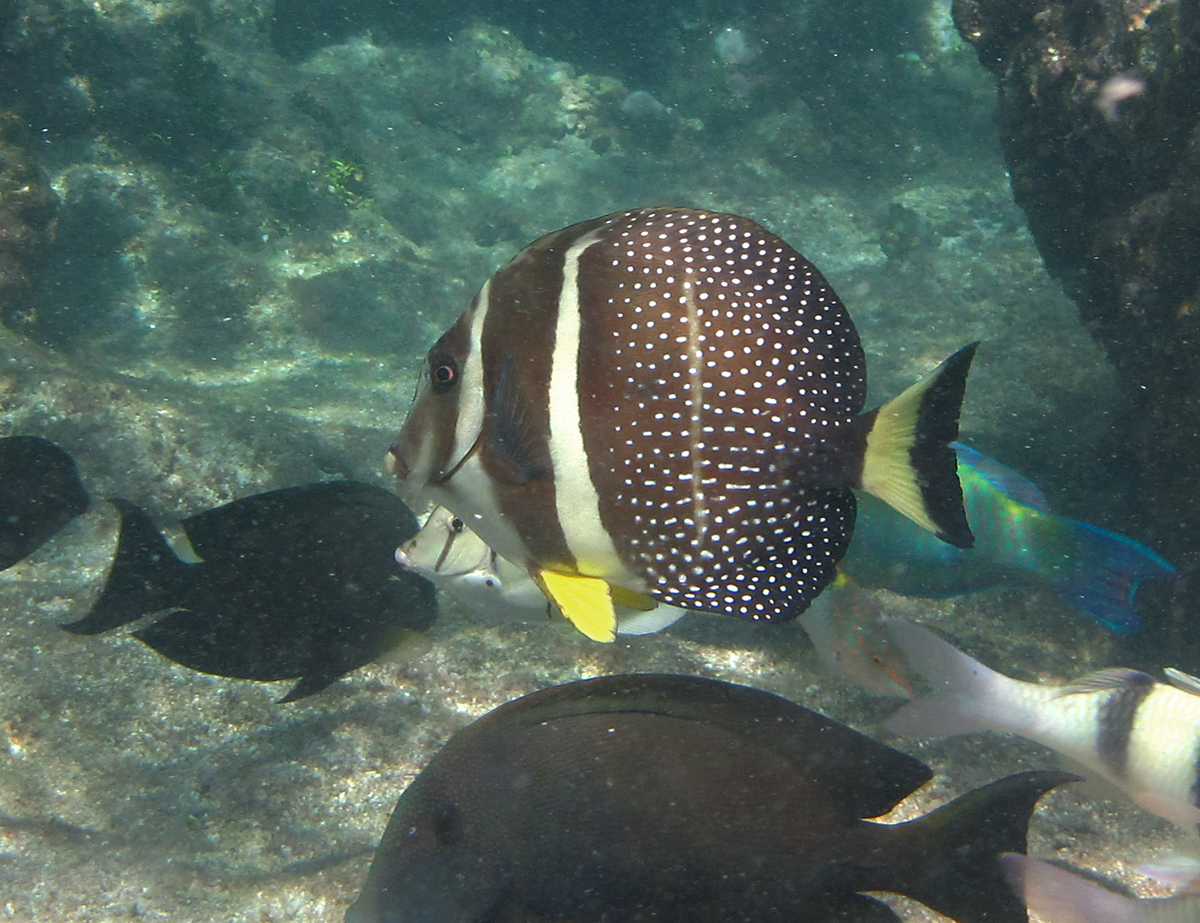
Un poisson-chirurgien moucheté (Acanthurus guttatus)
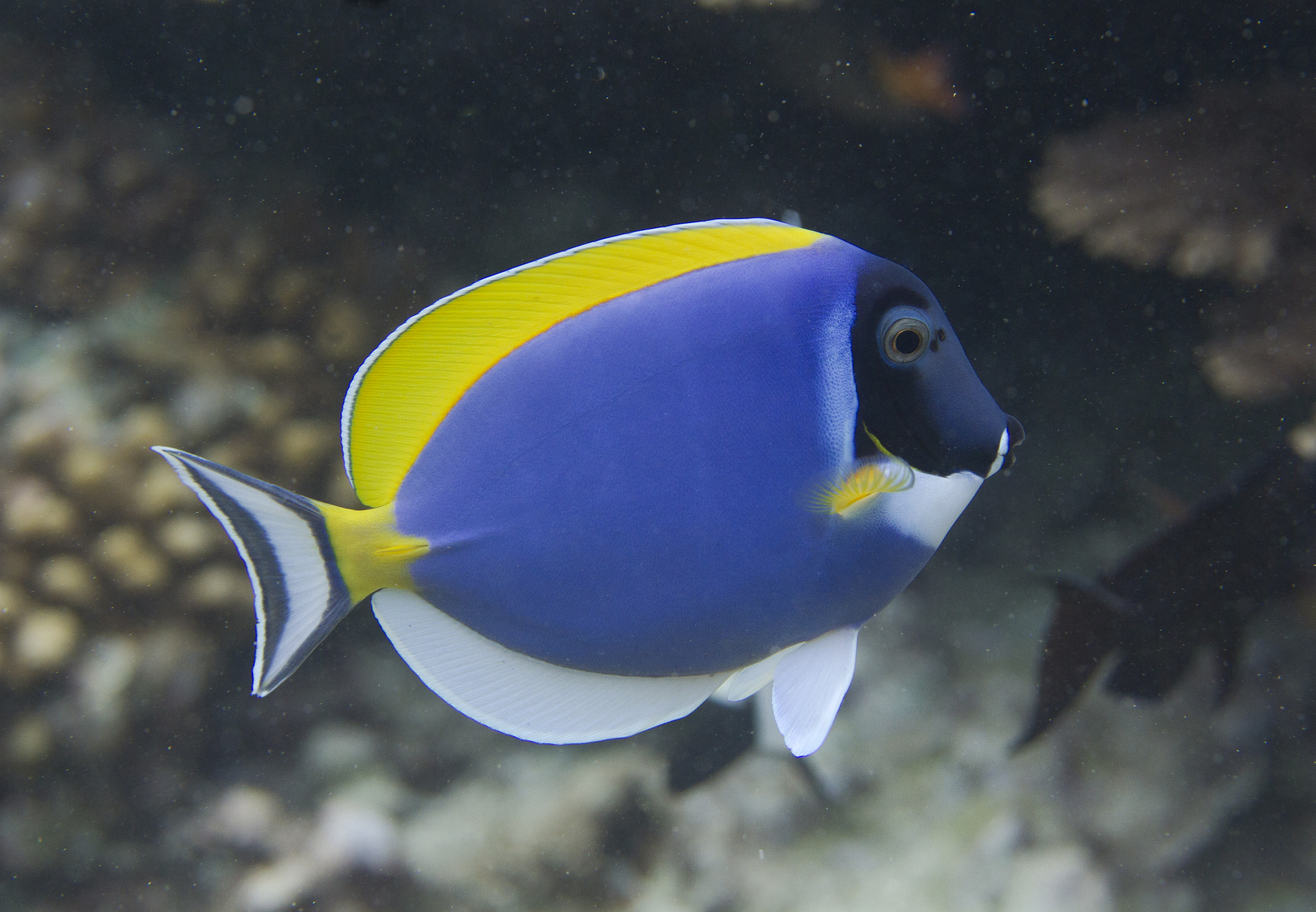
Un chirurgien à poitrine blanche (Acanthurus leucosternon)
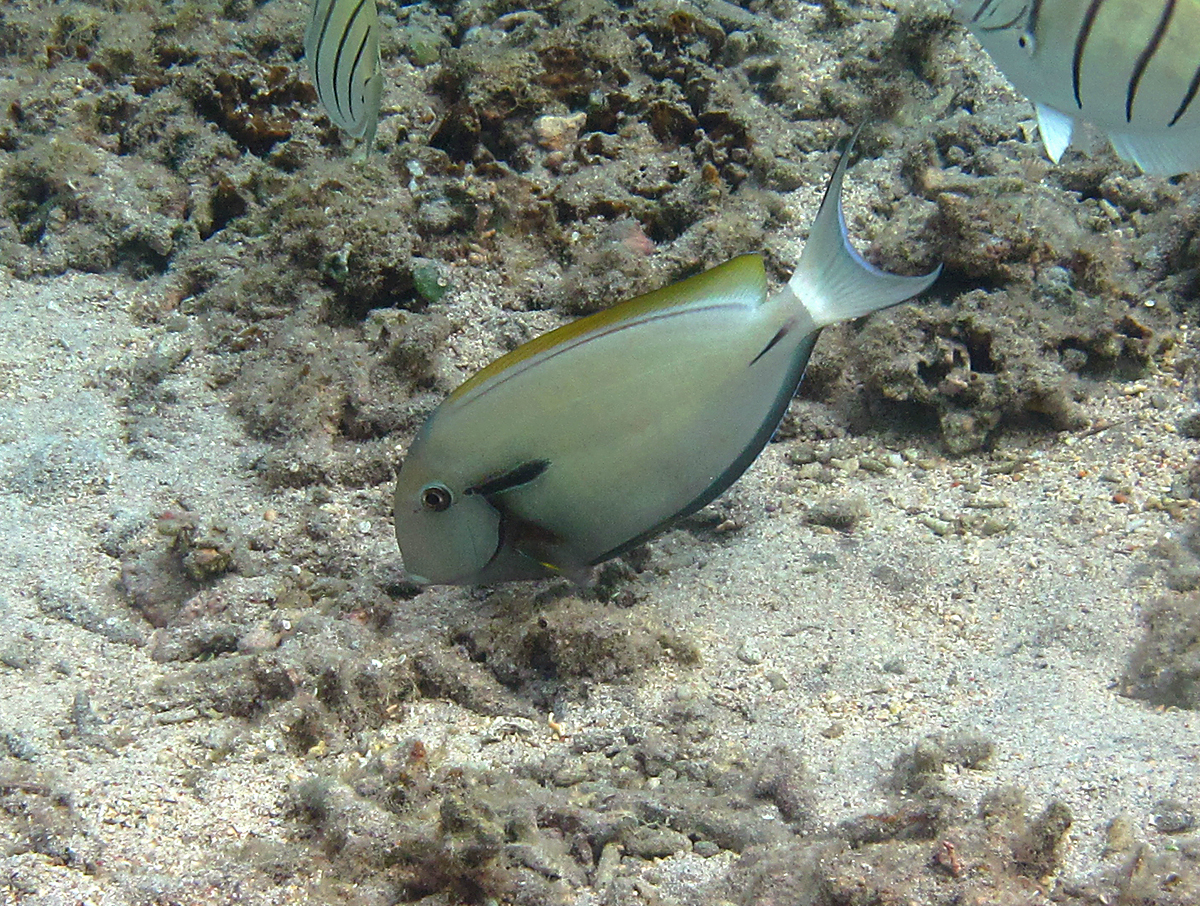
Un chirurgien à virgule noire (Acanthurus nigricauda) en livrée claire
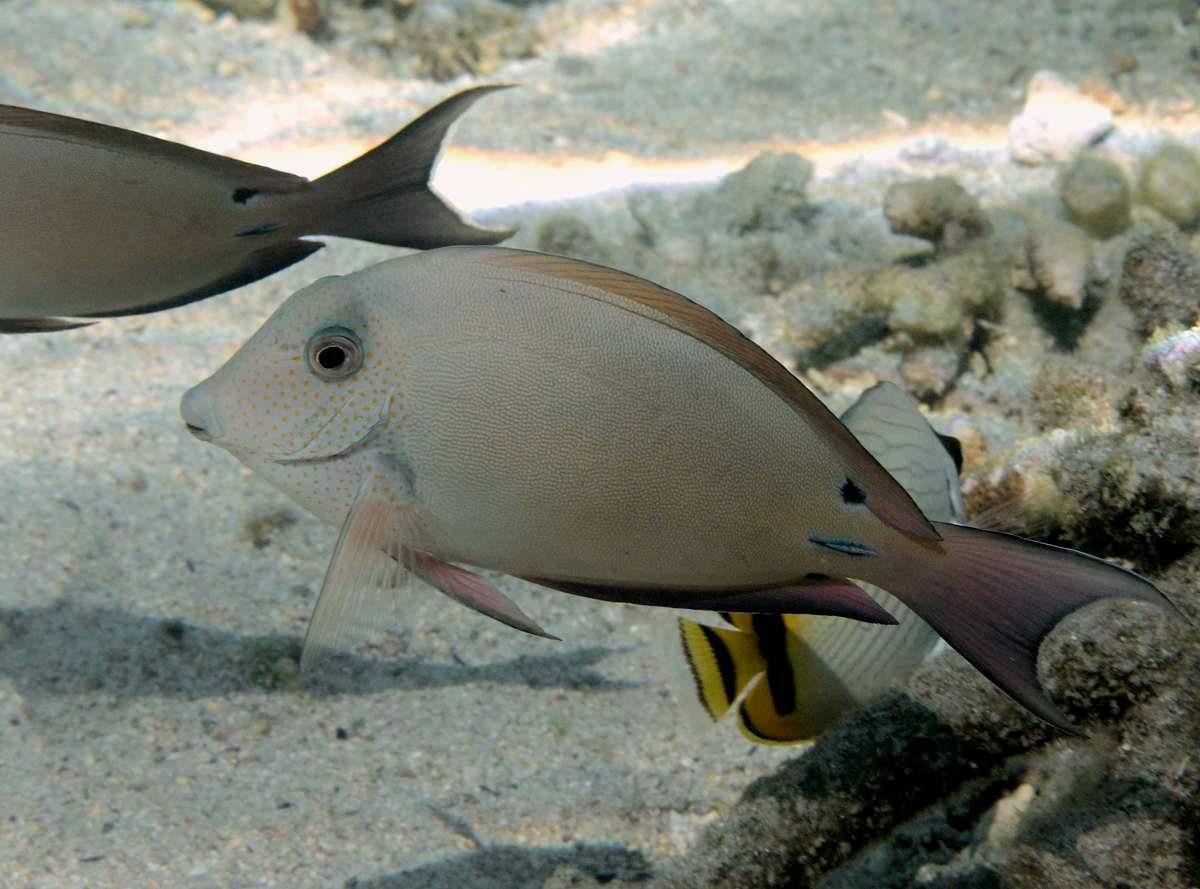
Un chirurgien brun (Acanthurus nigrofuscus) juvénile
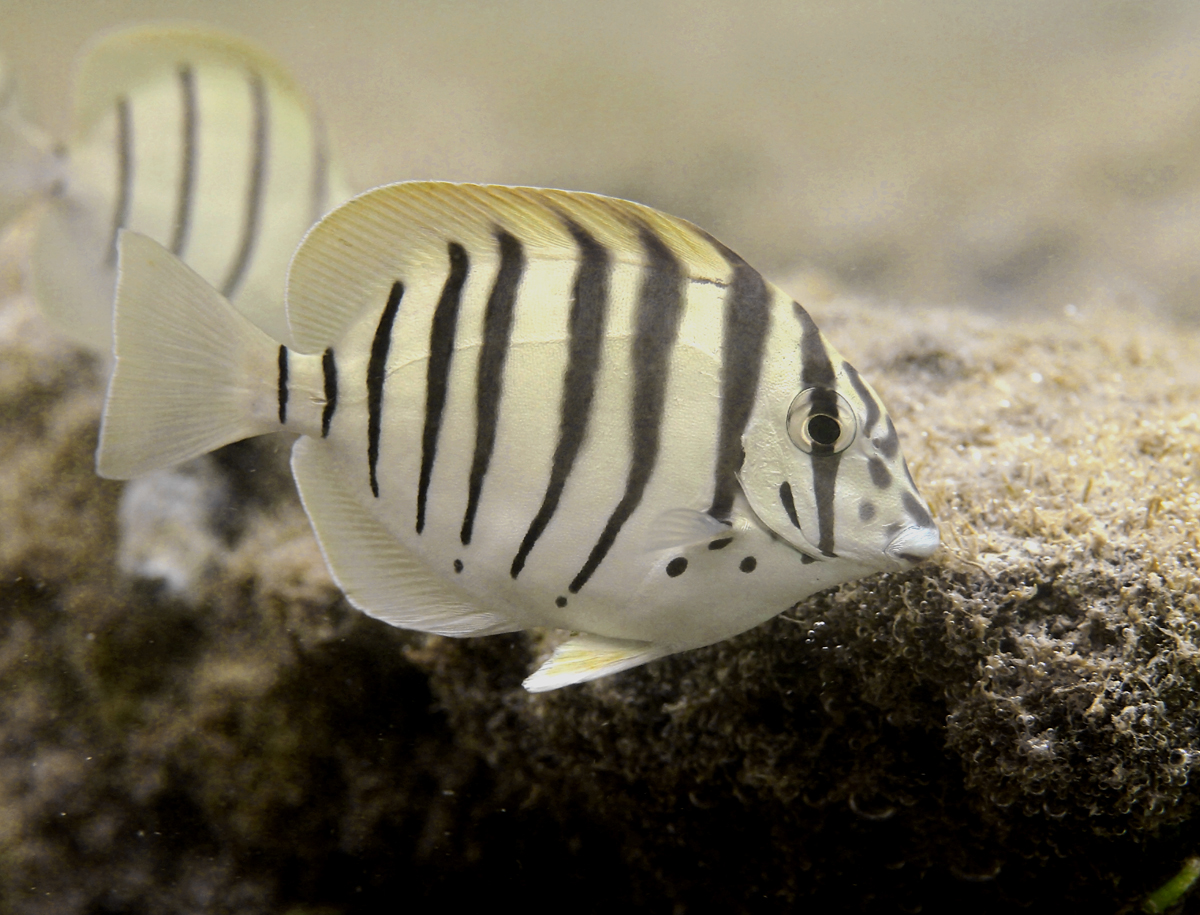
Un chirurgien barré (Acanthurus polyzona)
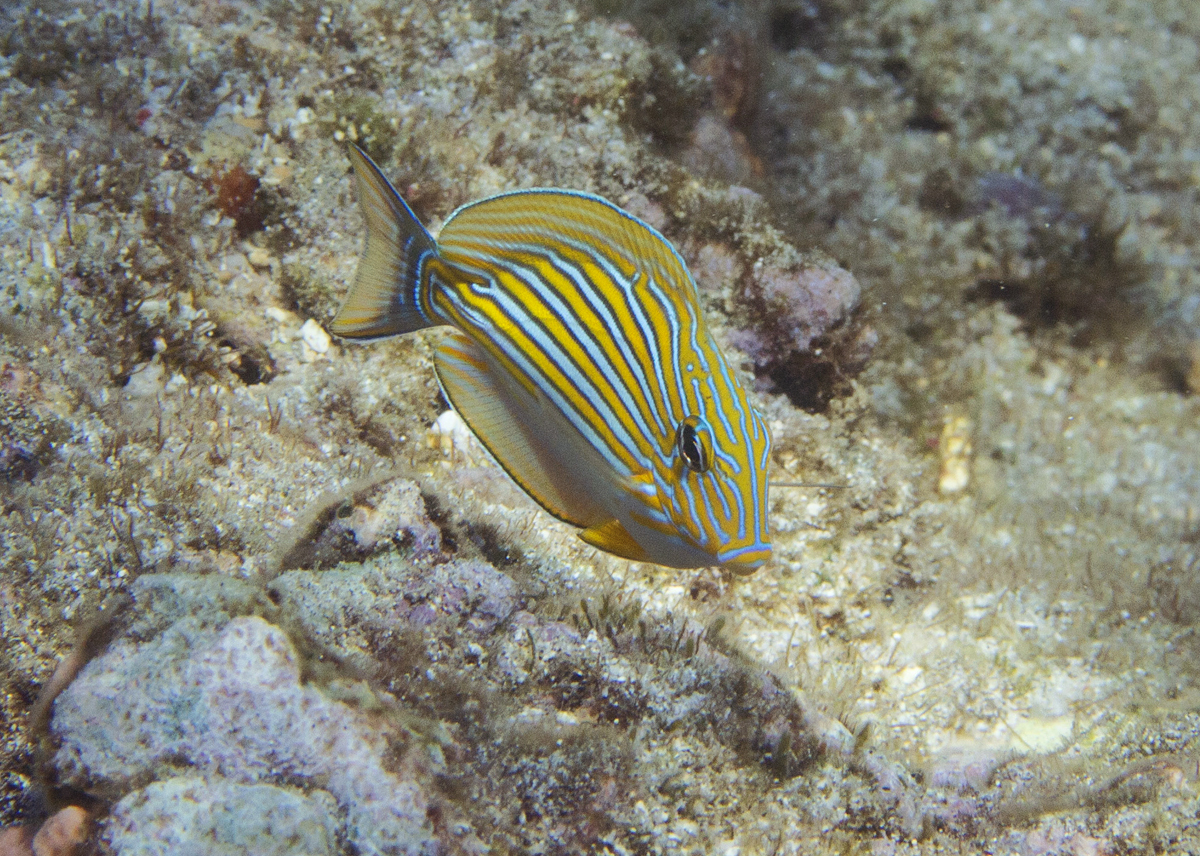
Un chirurgien rayé ou clown (Acanthurus lineatus) juvénile
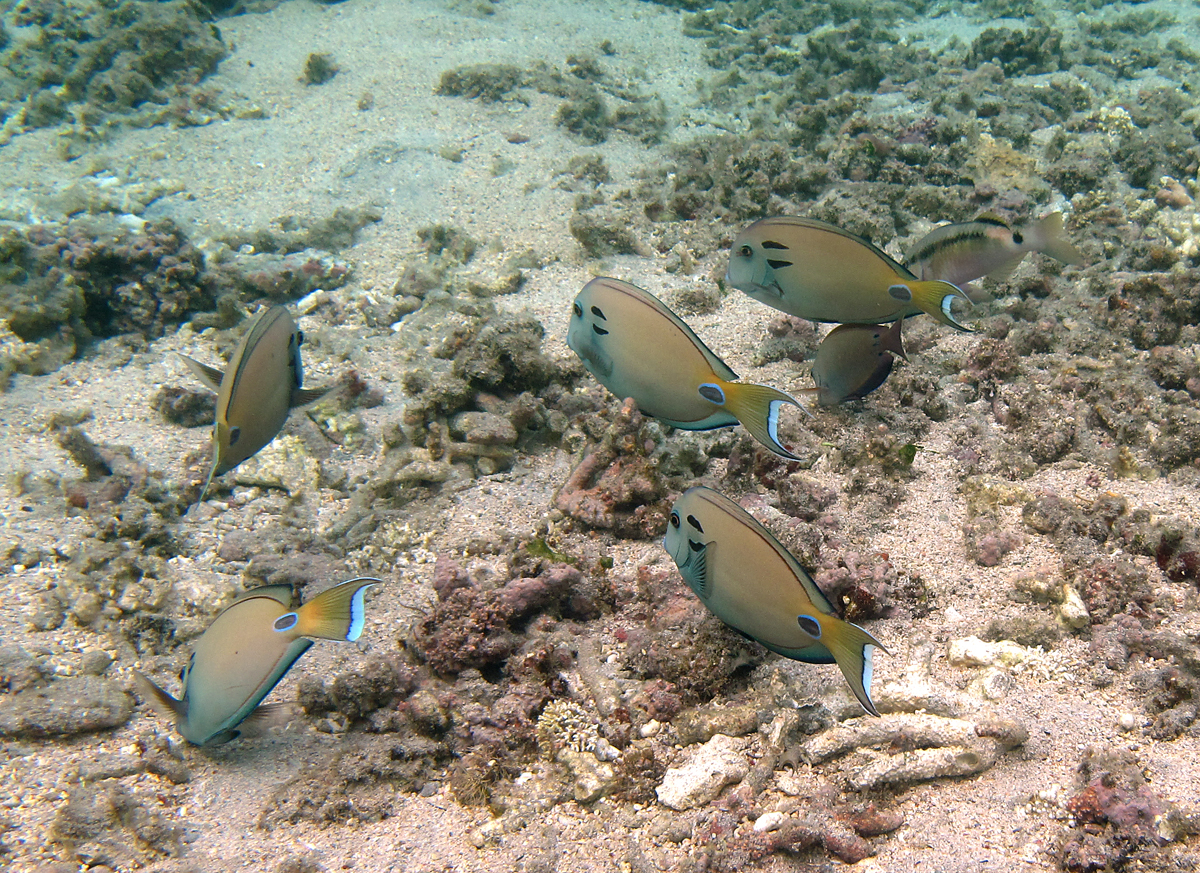
Un groupe de chirurgiens lieutenants ou fer à cheval (Acanthurus tennentii) broutant
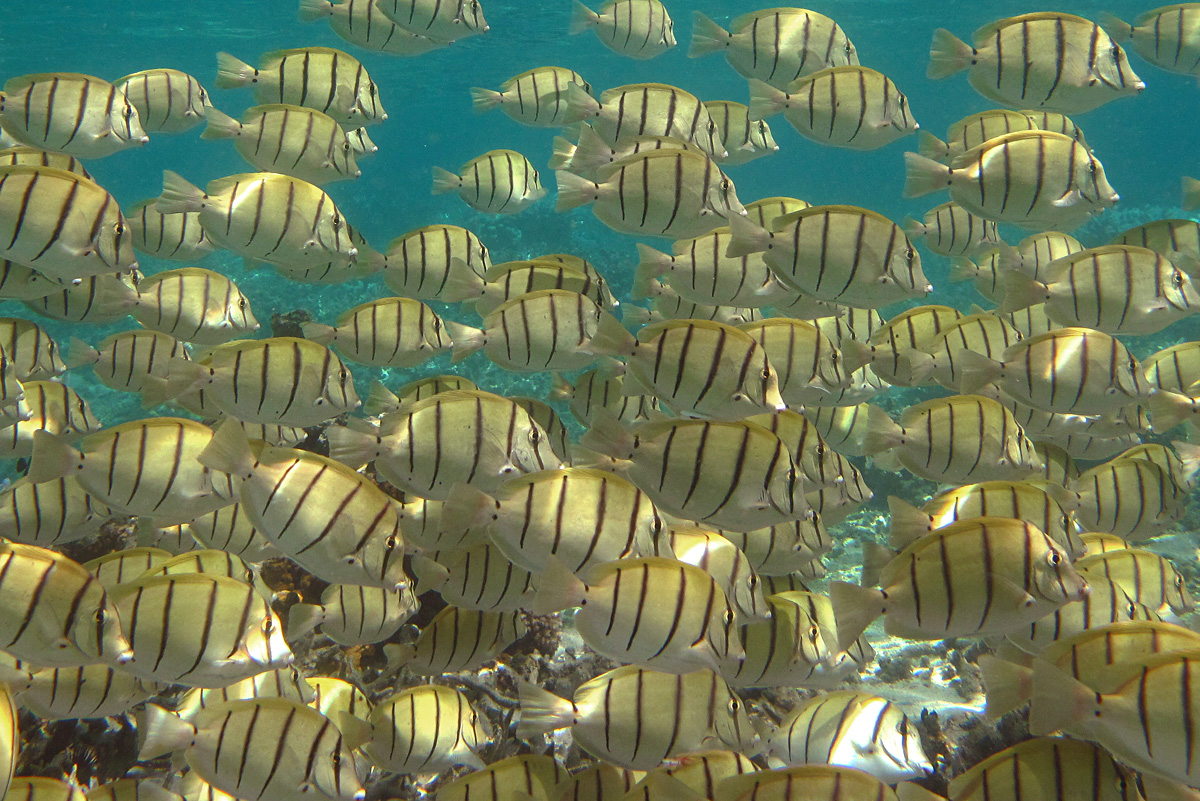
Un banc de chirurgiens bagnards (Acanthurus triostegus)
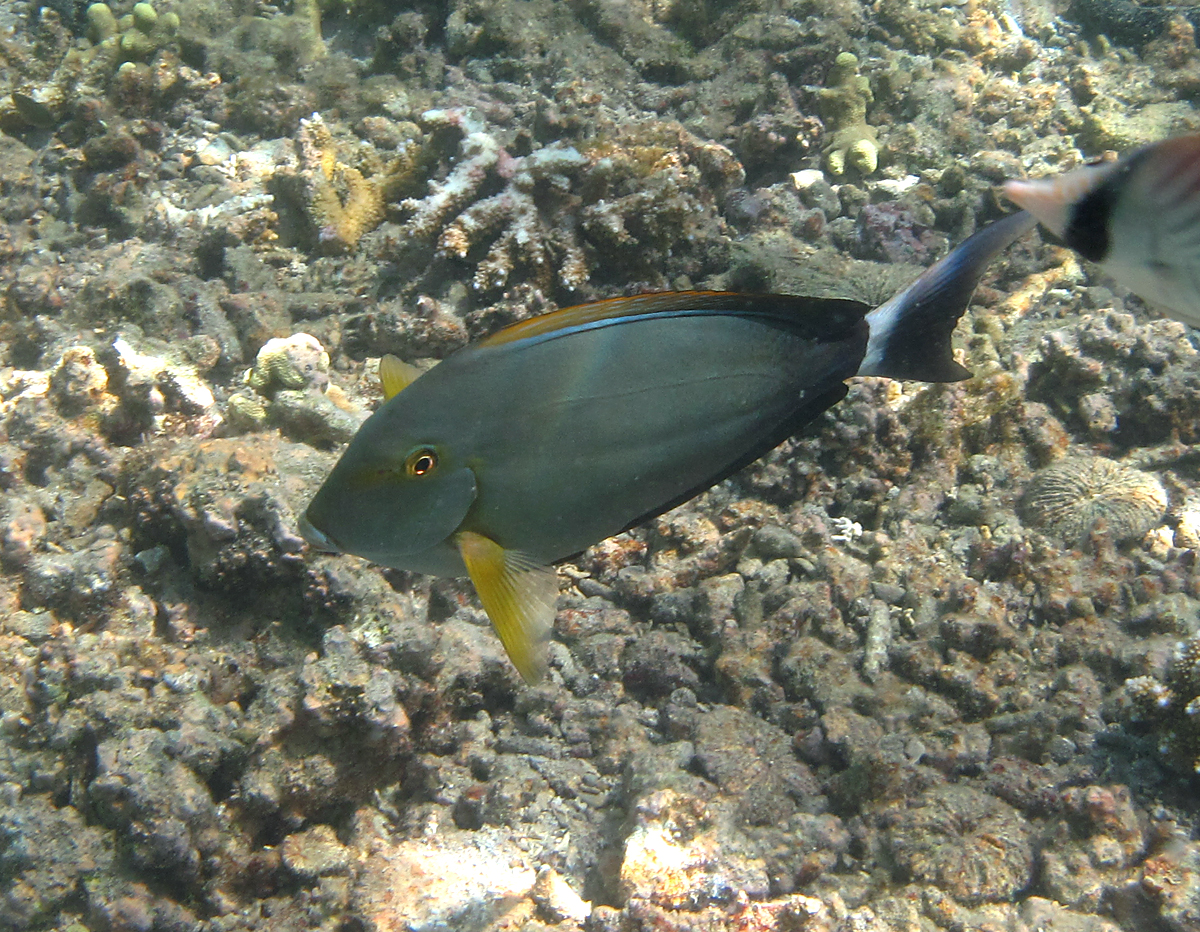
Un chirurgien à masque jaune ou à aile jaune (Acanthurus xanthopterus)
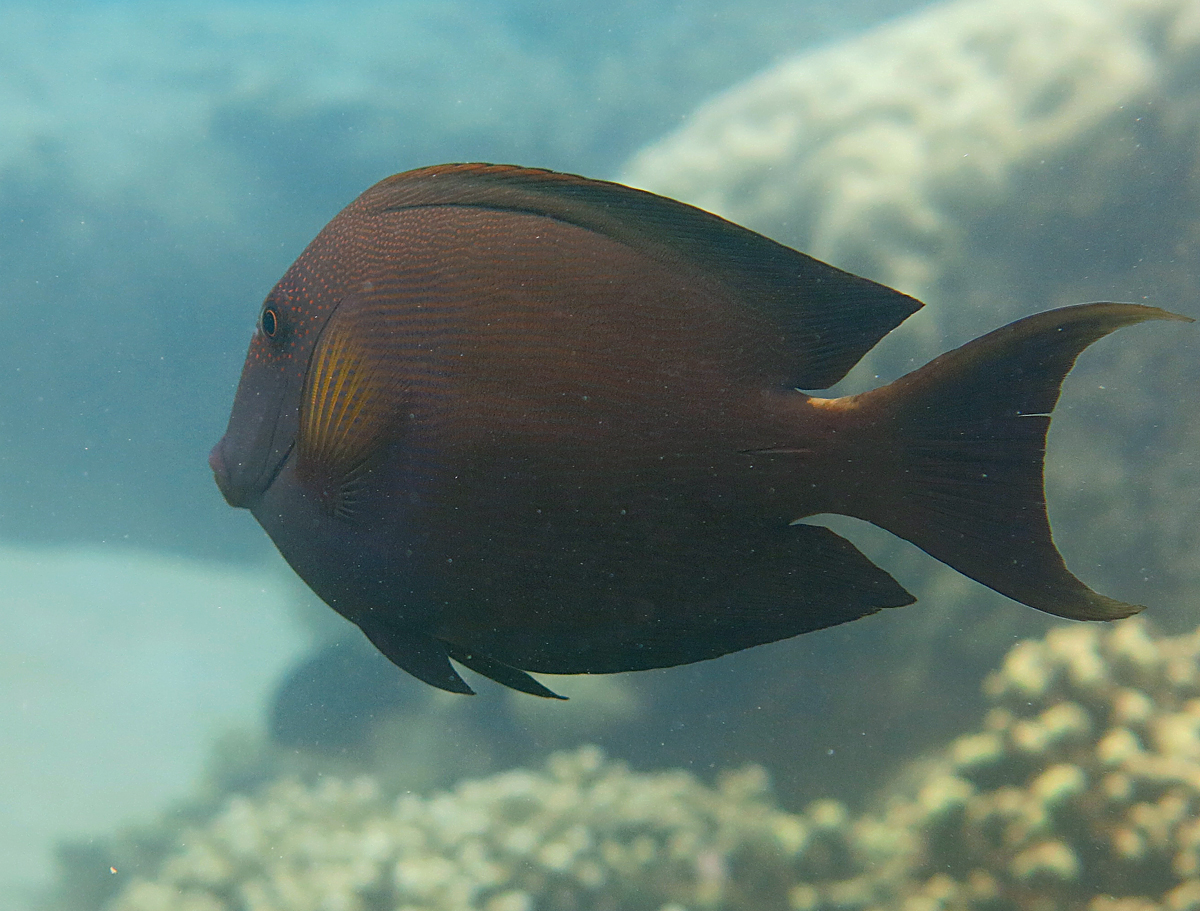
Un chirurgien strié (Ctenochaetus striatus)
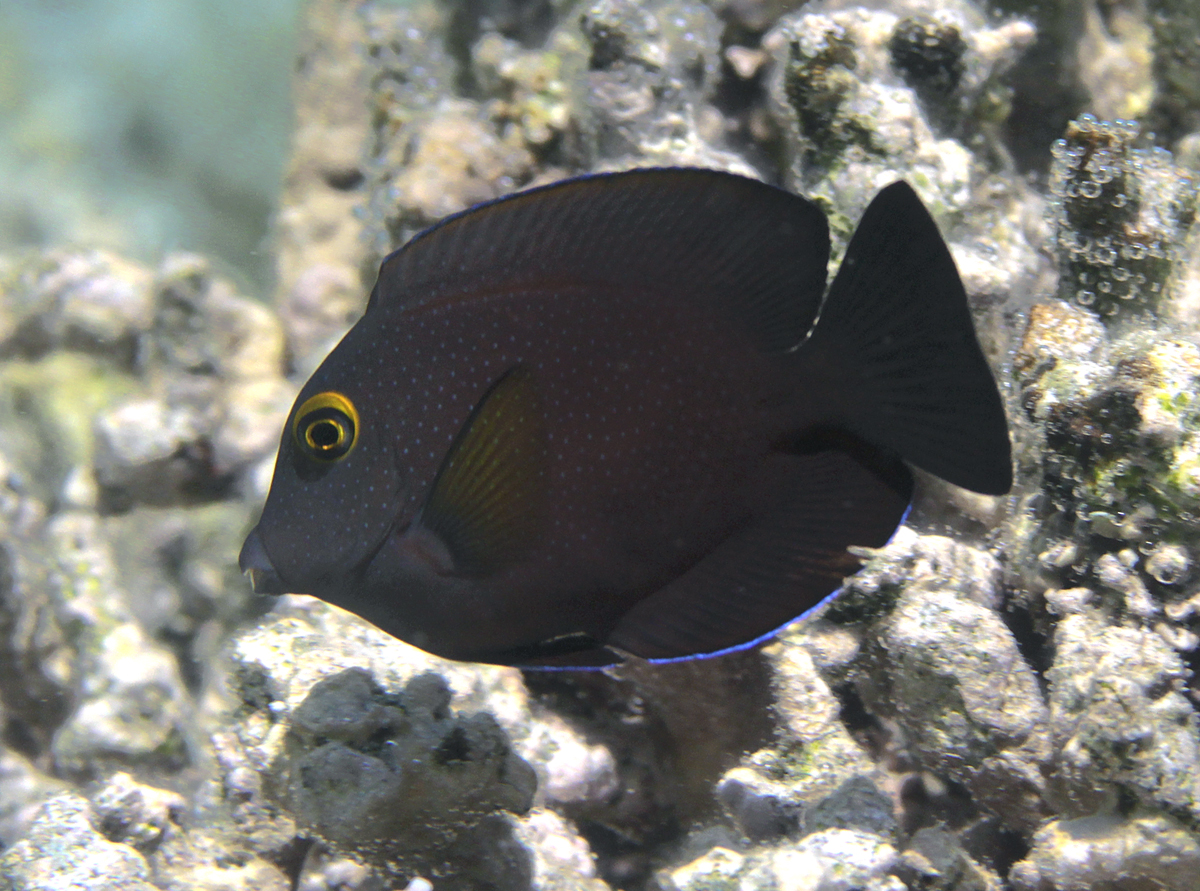
Un chirurgien Ctenochaetus truncatus
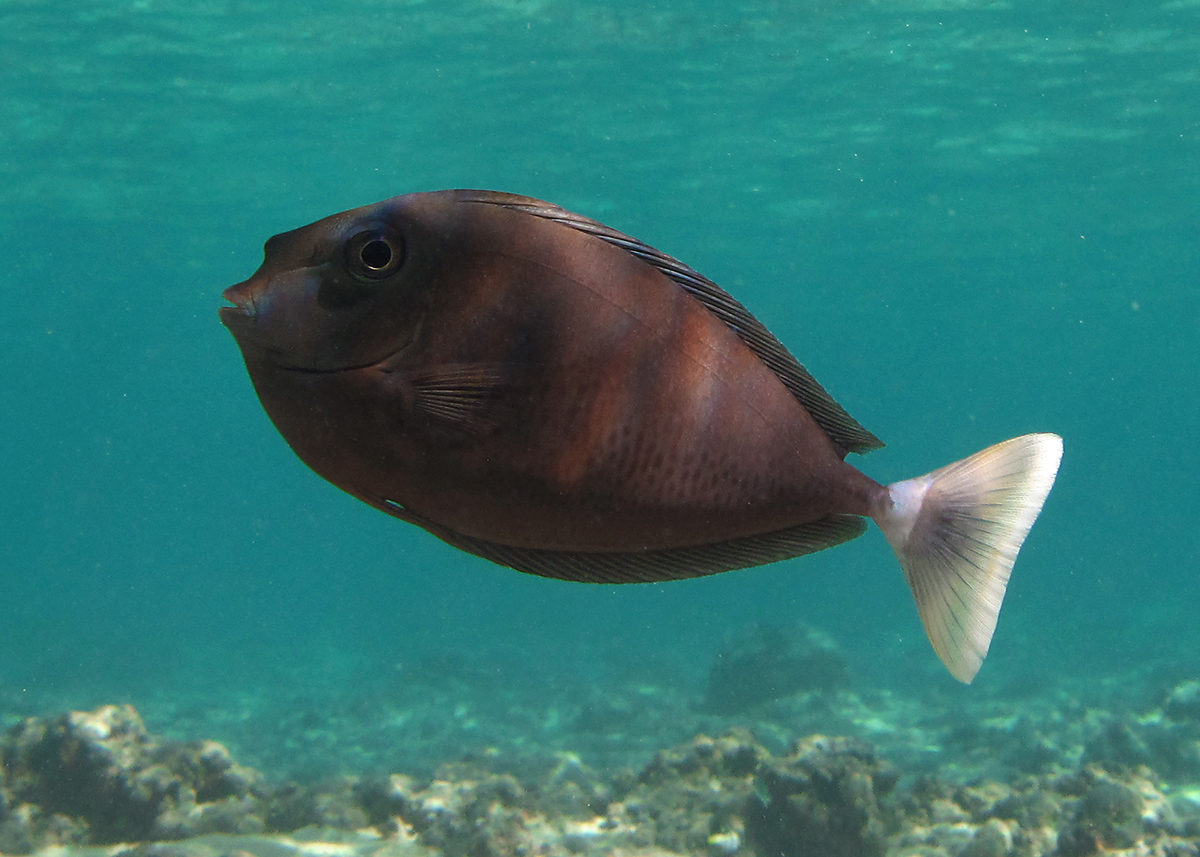
Nason à rostre court (Naso brevirostris) juvénile
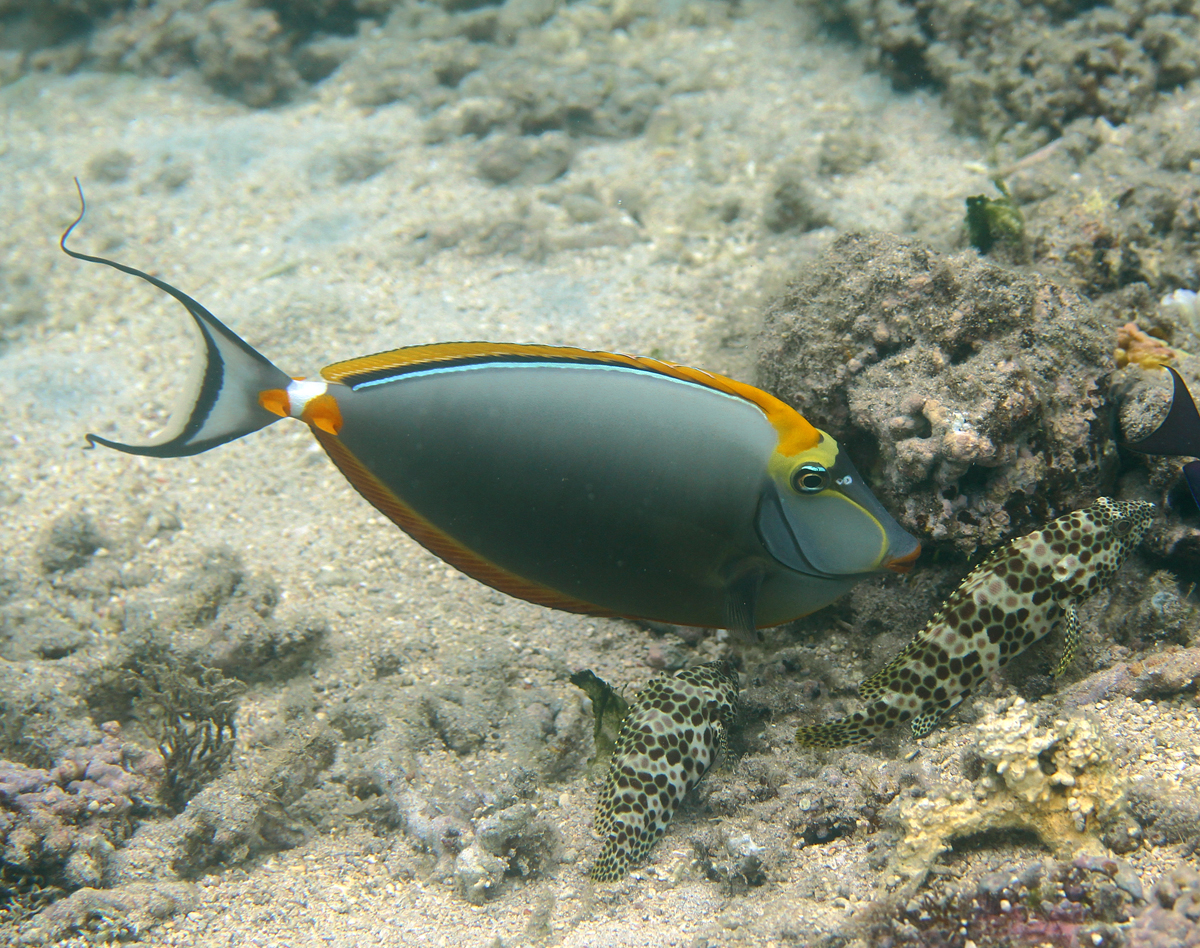
Une licorne indienne à épines orange ou nasique à éperons orange (Naso elegans)
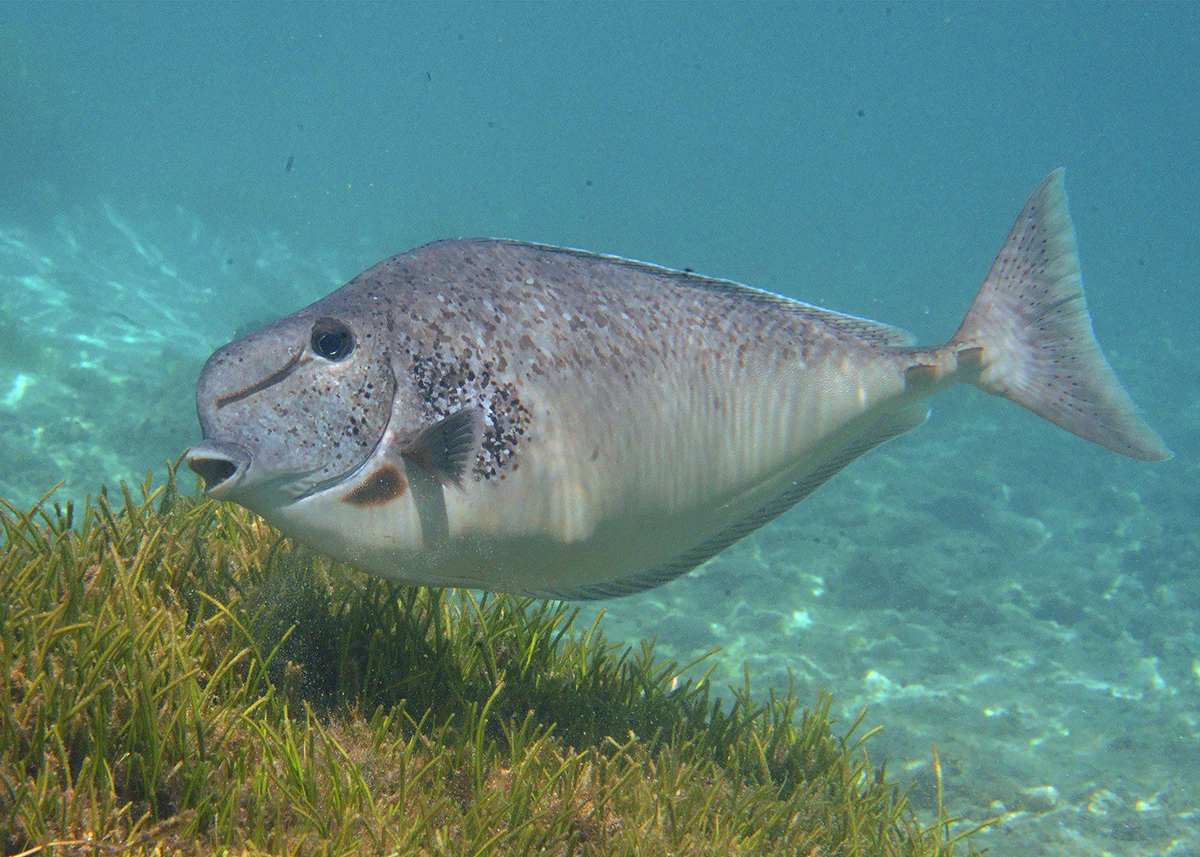
Un nason à bosse (Naso tuberosus)
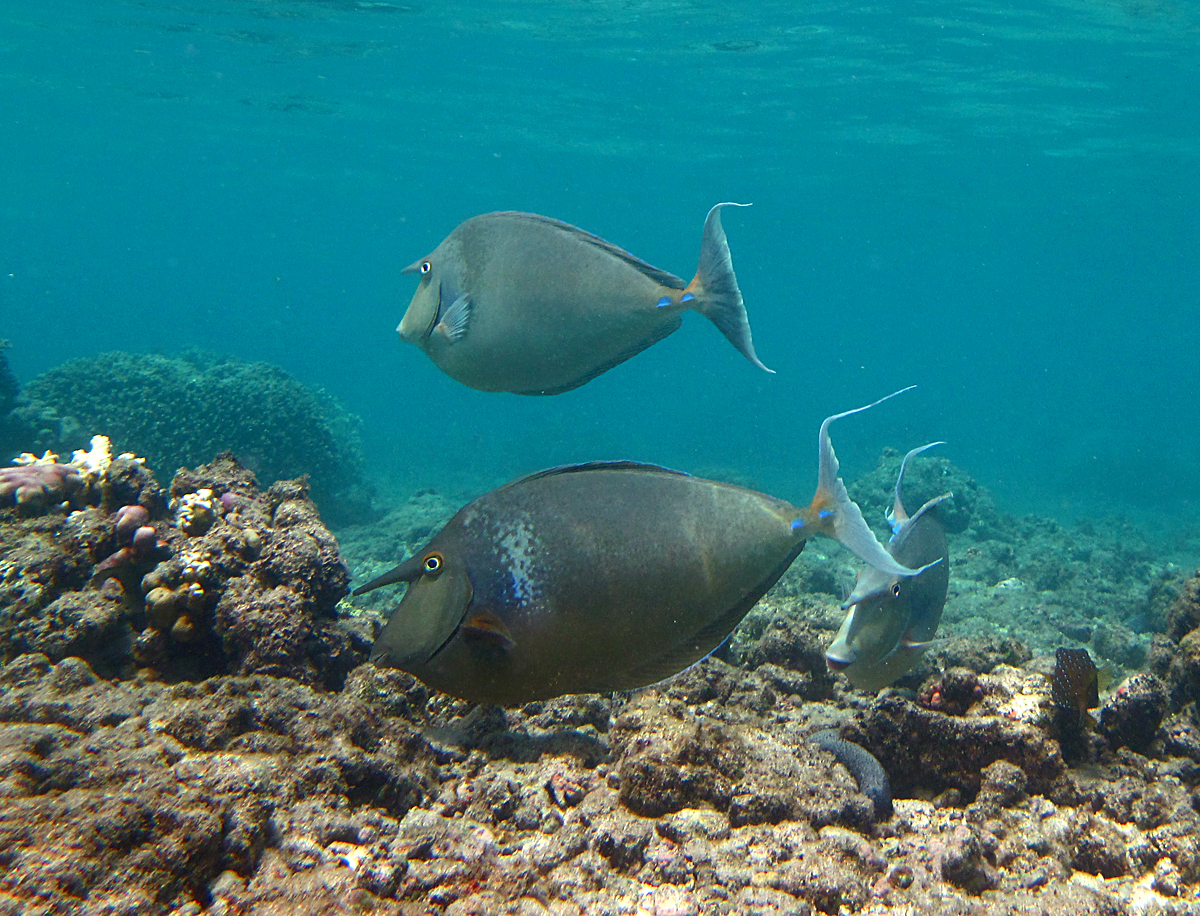
Un nason à éperons bleus (Naso unicornis)
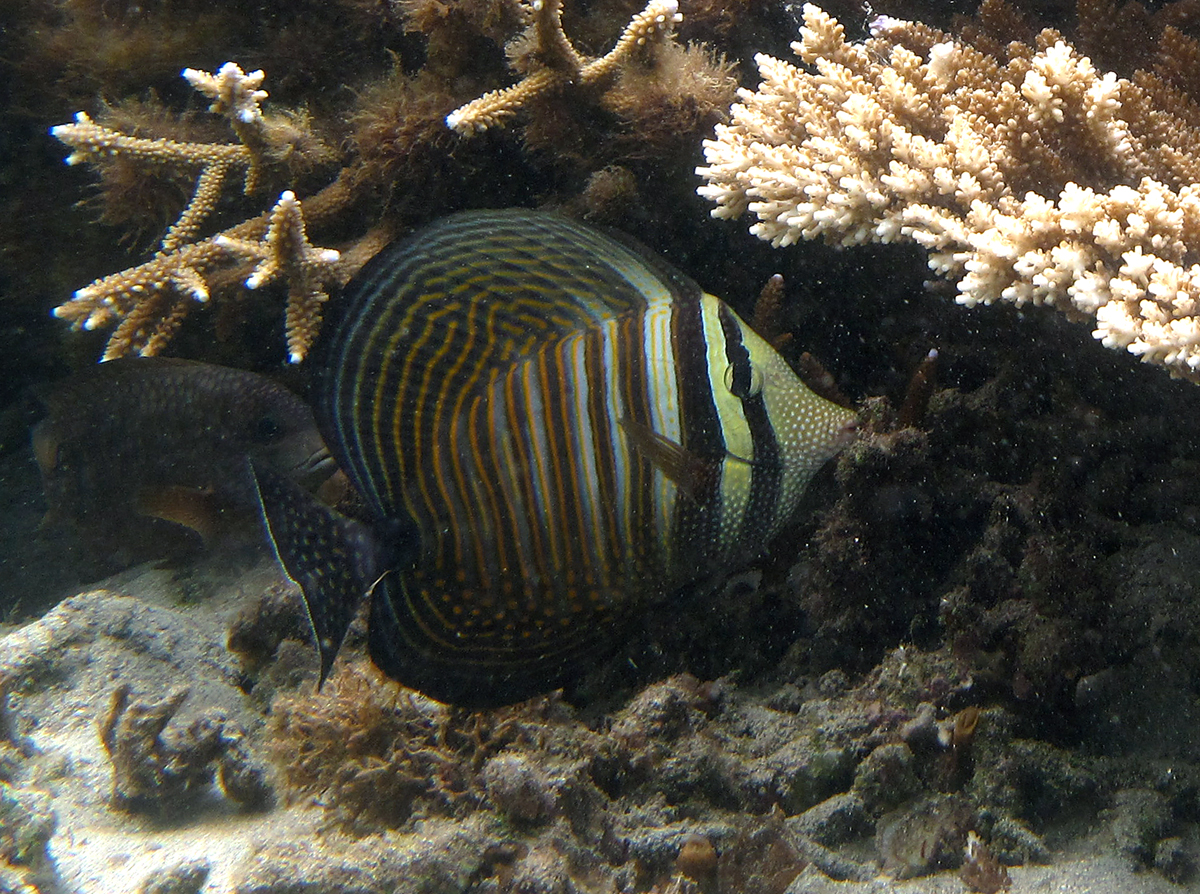
Un chirurgien voilier (Zebrasoma desjardinii) passant du stade juvénile au stade adulte.
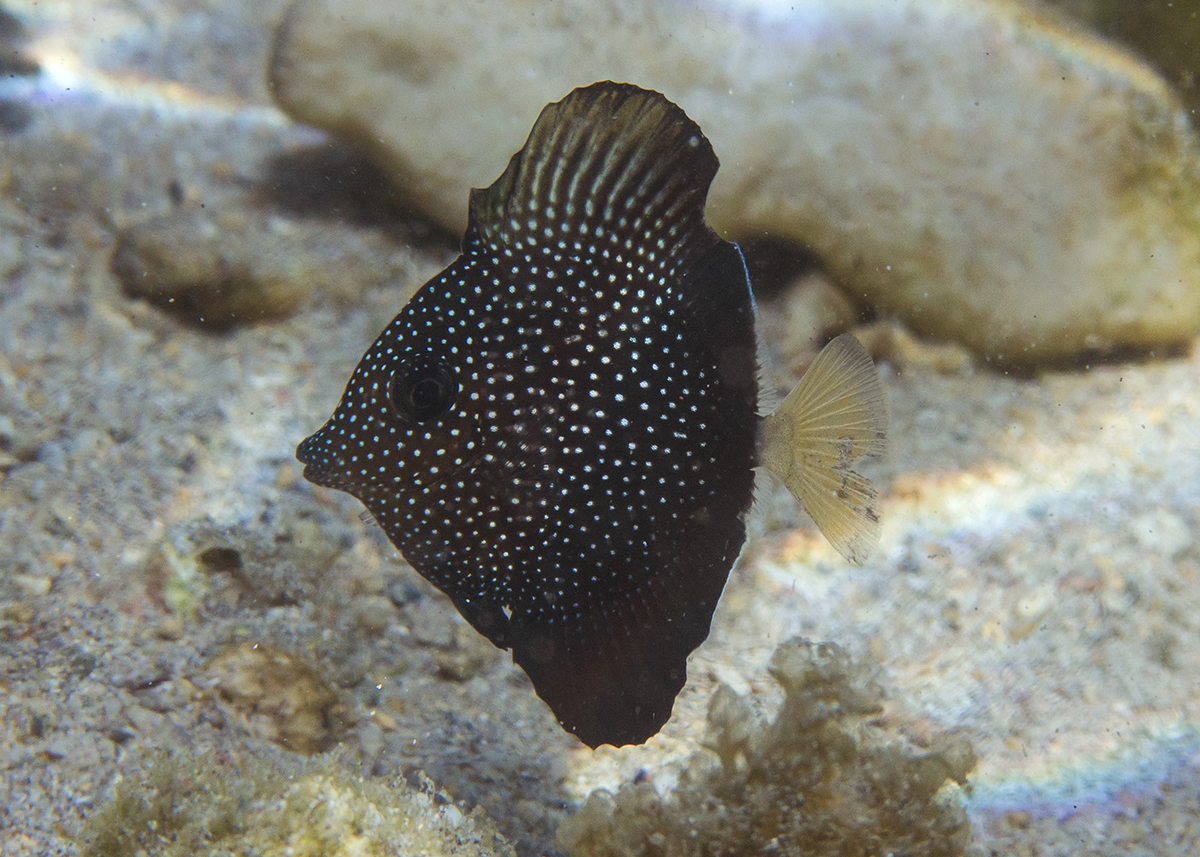
Un chirurgien-voile moucheté (Zebrasoma gemmatum) juvénile.
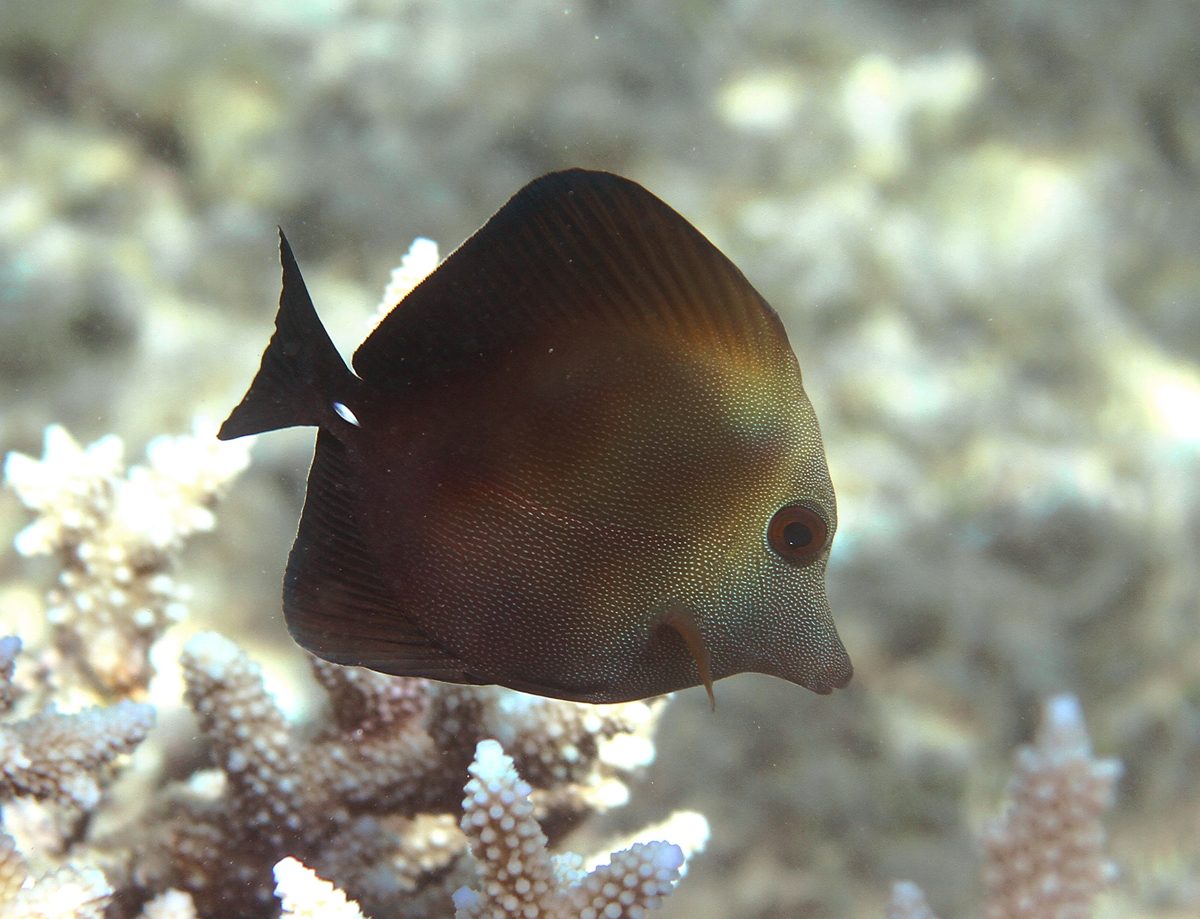
Un chirurgien à brosses (Zebrasoma scopas)

#### PoissonsPleuronectiformes
Le terme vient des mots grecs « pleura », côté, et « nektos », nageur : ce sont des poissons asymétriques qui nagent sur un de leurs flancs, autrement dit des poissons plats. Ils ont en conséquence les deux yeux du même côté du corps, bien que leurs larves présentent la même symétrie que les autres poissons. Ils nagent en ondulant au-dessus du substrat.

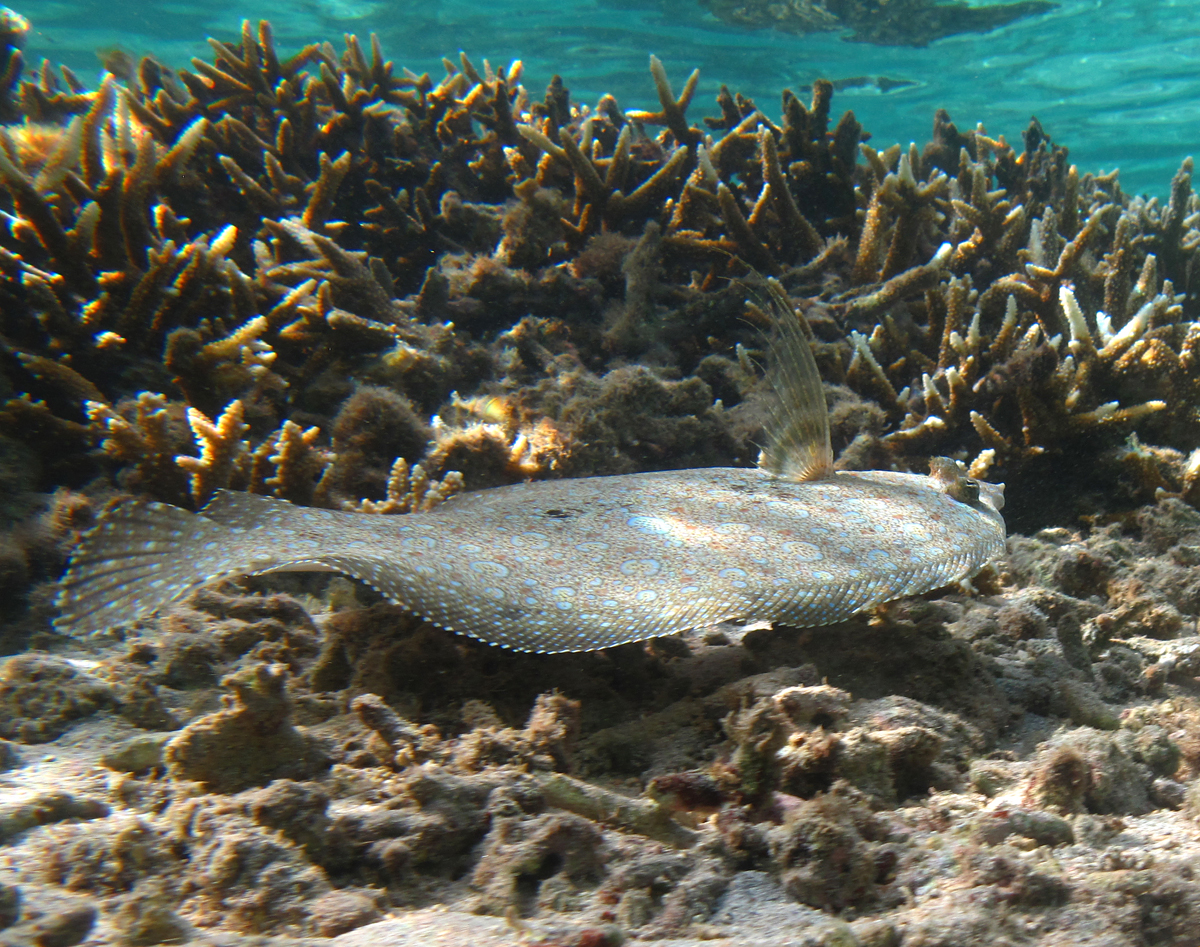
Un turbot tropical (Bothus mancus)
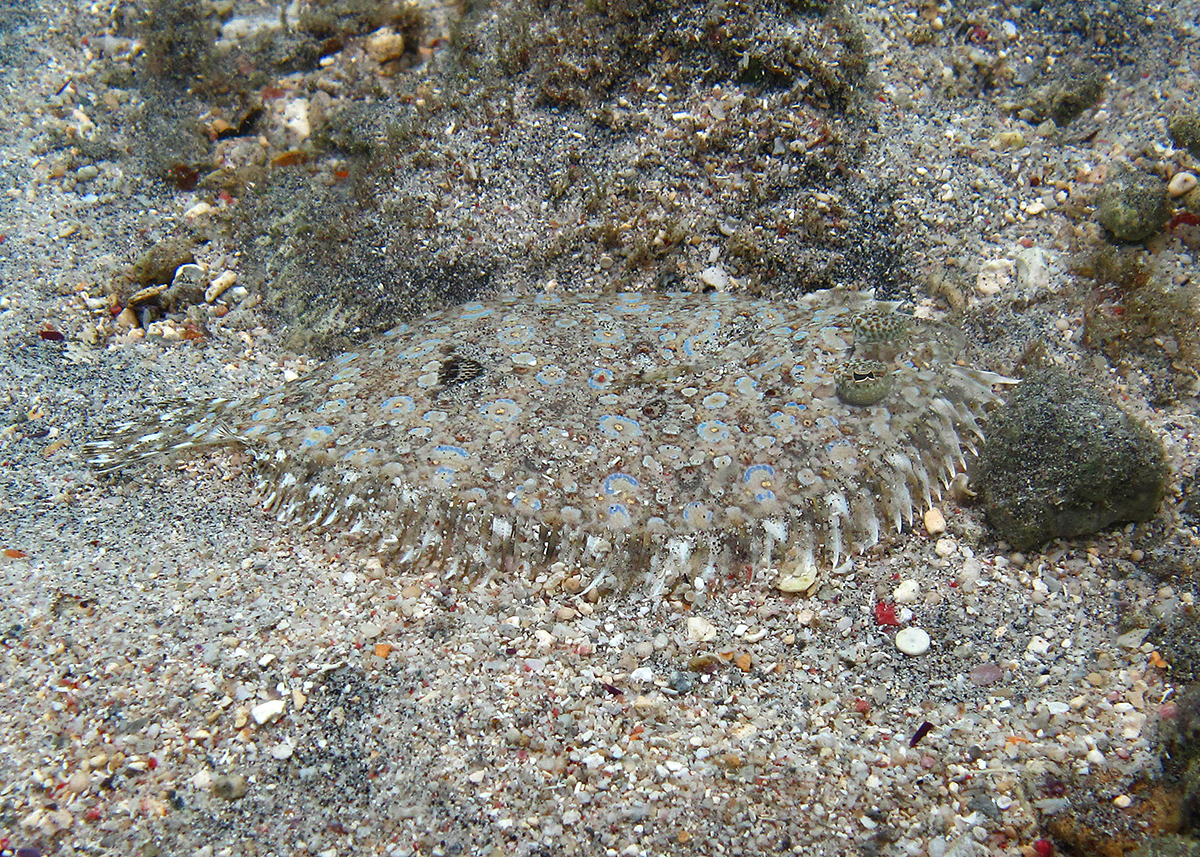
Bothus pantherinus
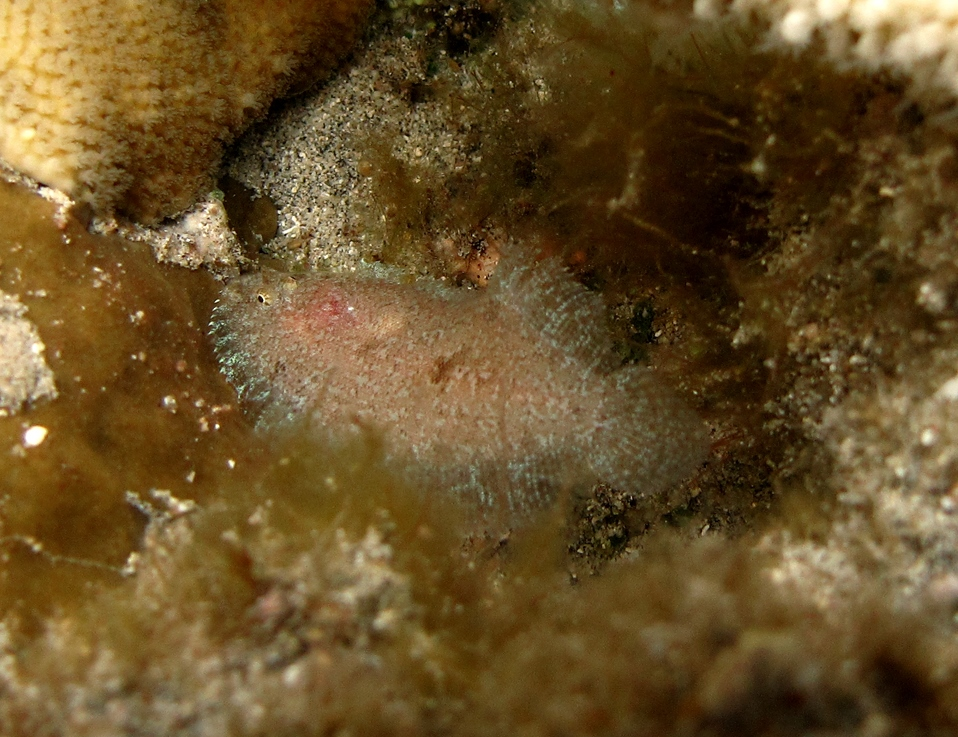
La rare et très discrète sole Aseraggodes diringeri
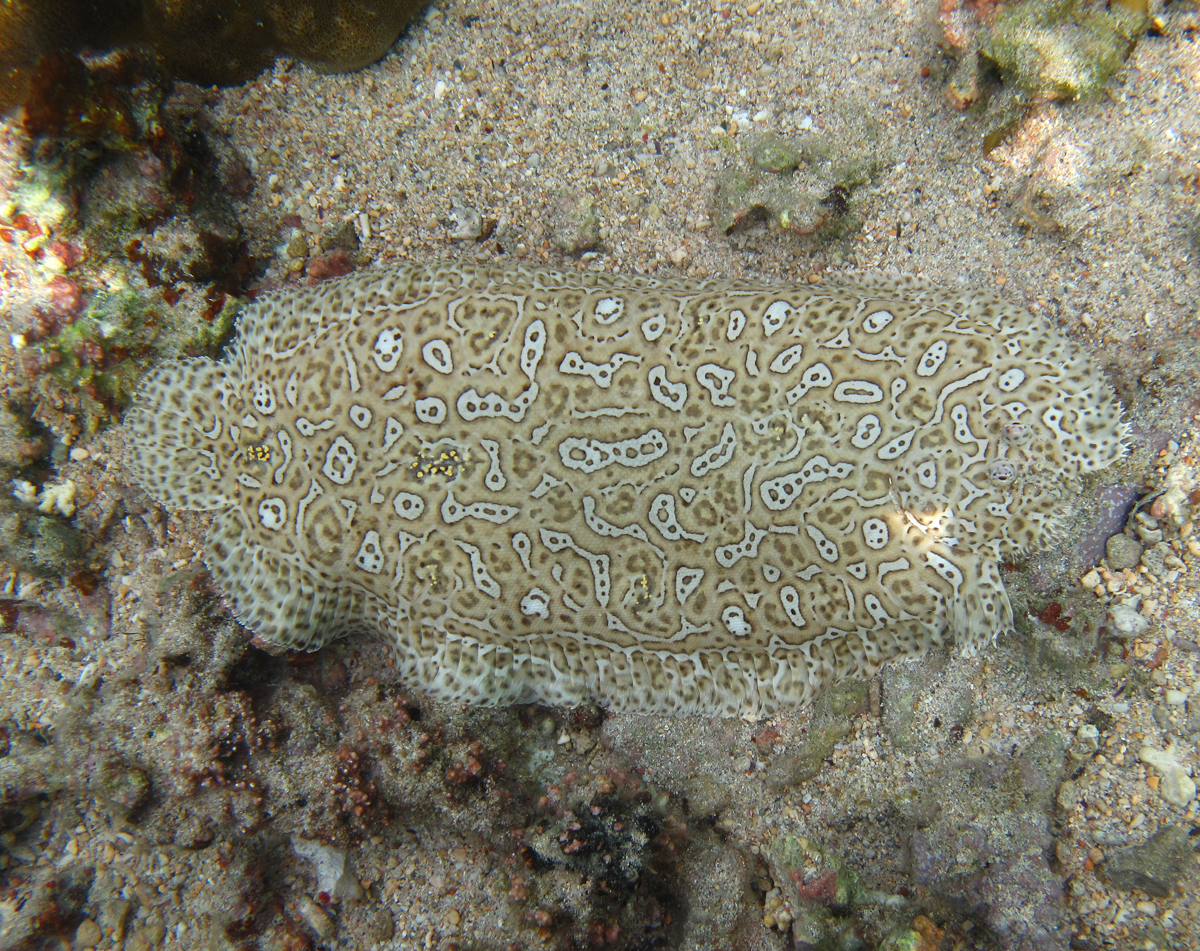
Une sole de Moïse (Pardachirus marmoratus)
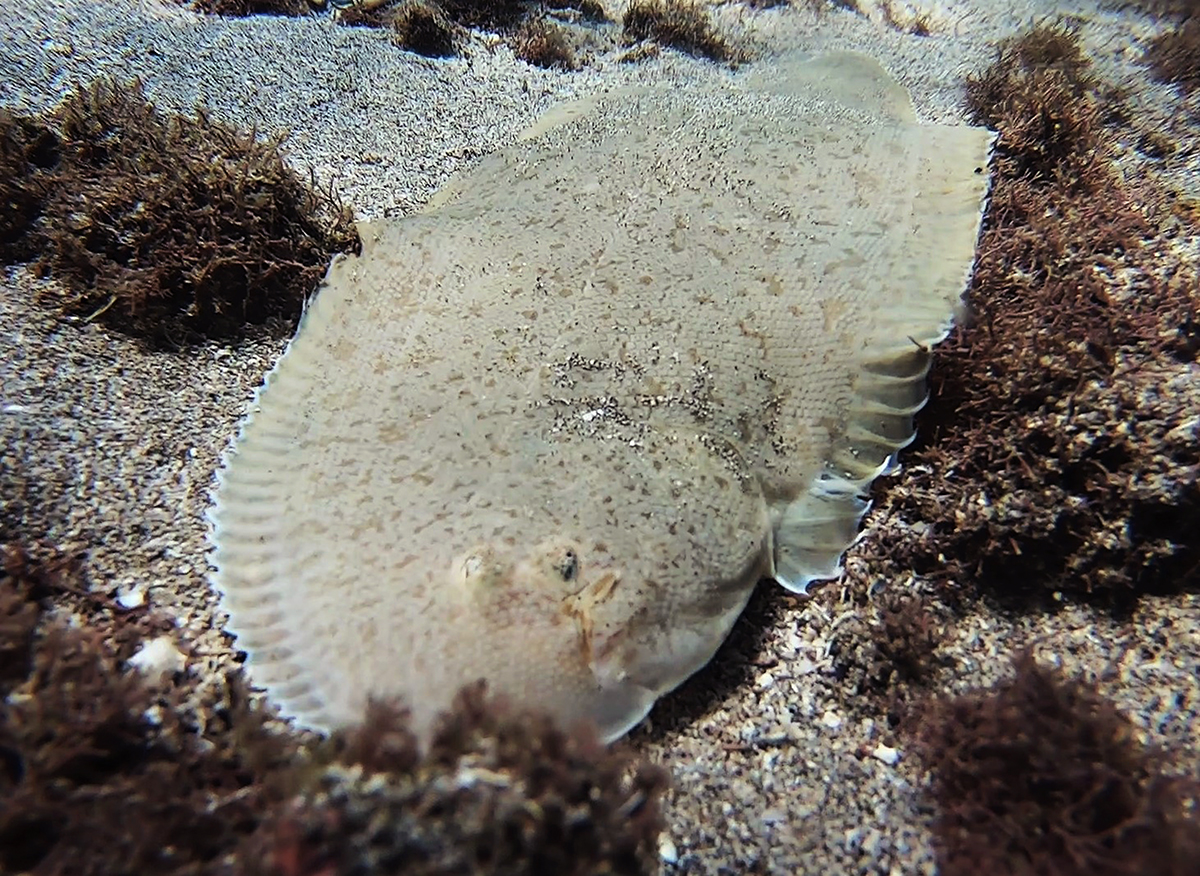
Sole du genre Cynoglossus (peut-être C. lachneri)
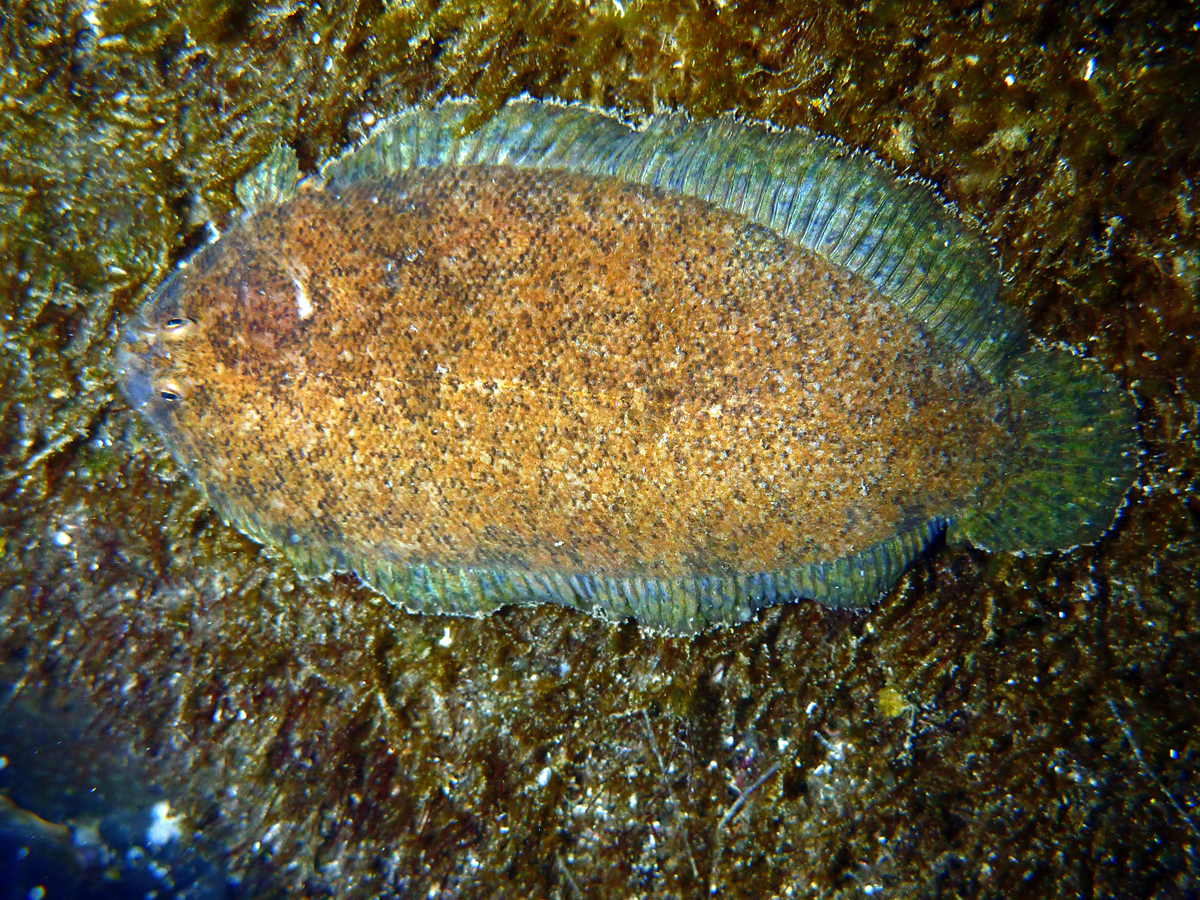
Une sole du genre Aseraggodes

#### PoissonsTetraodontiformes
Le radical du nom de l’ordre est formé à partir des mots grecs « tetra », quatre, et « odous », dents mais parmi les familles concernées, seuls les Tétraodontidés ont quatre plaques dentales. Ce groupe hétérogène est caractérisé par l’absence d’écailles imbriquées, des ouvertures branchiales de petite taille, une petite bouche et des pelviennes absentes ou transformées en épine enkystée dans une poche extensible.

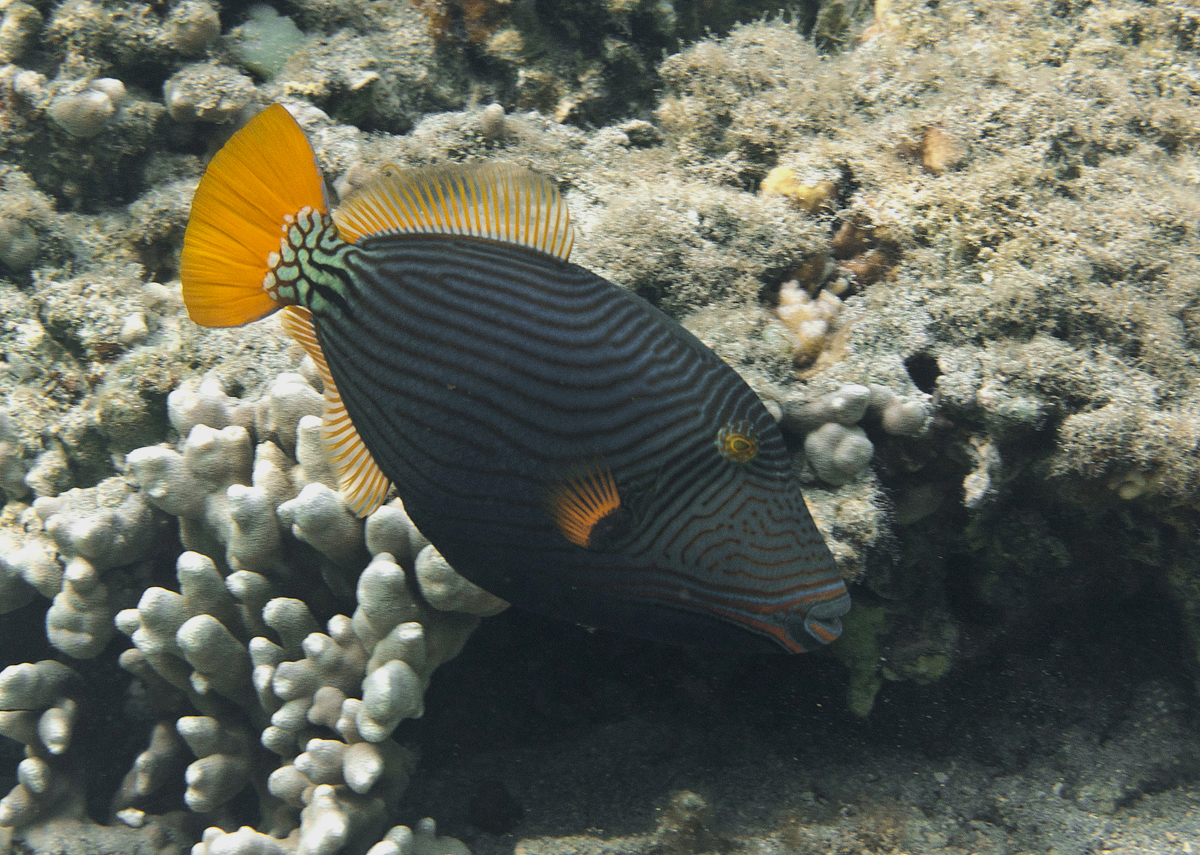
Un baliste ondulé (Balistapus undulatus)
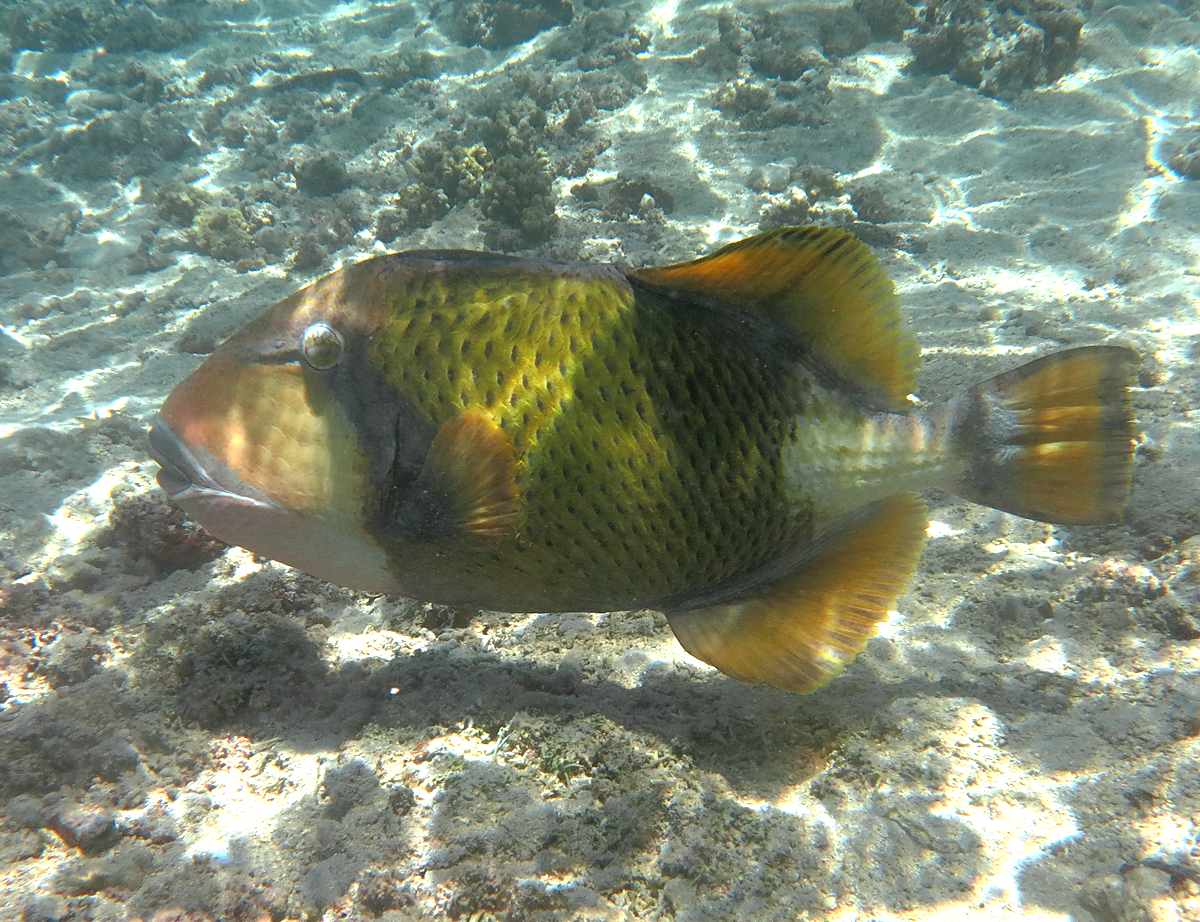
Un baliste à moustache (Balistoides viridescens)
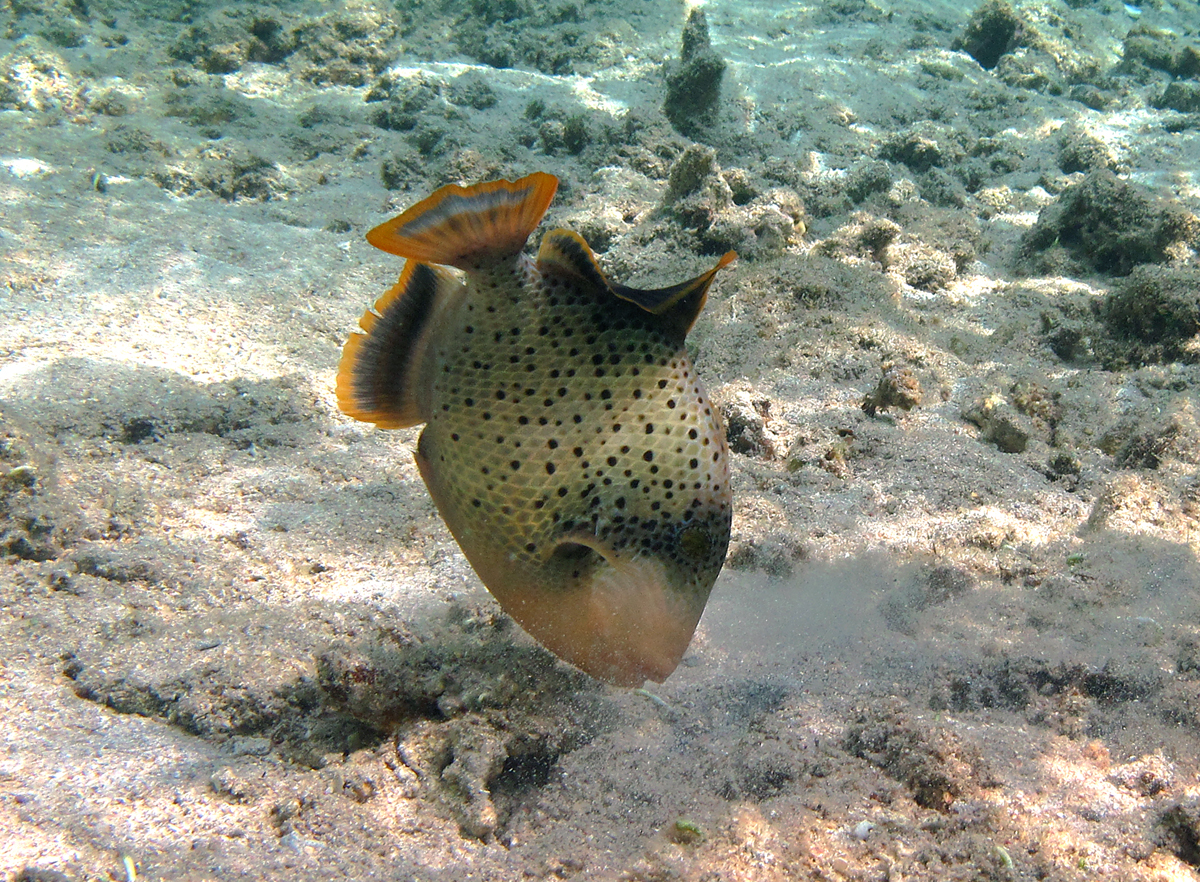
Un baliste à marges jaunes (Pseudobalistes flavimarginatus)
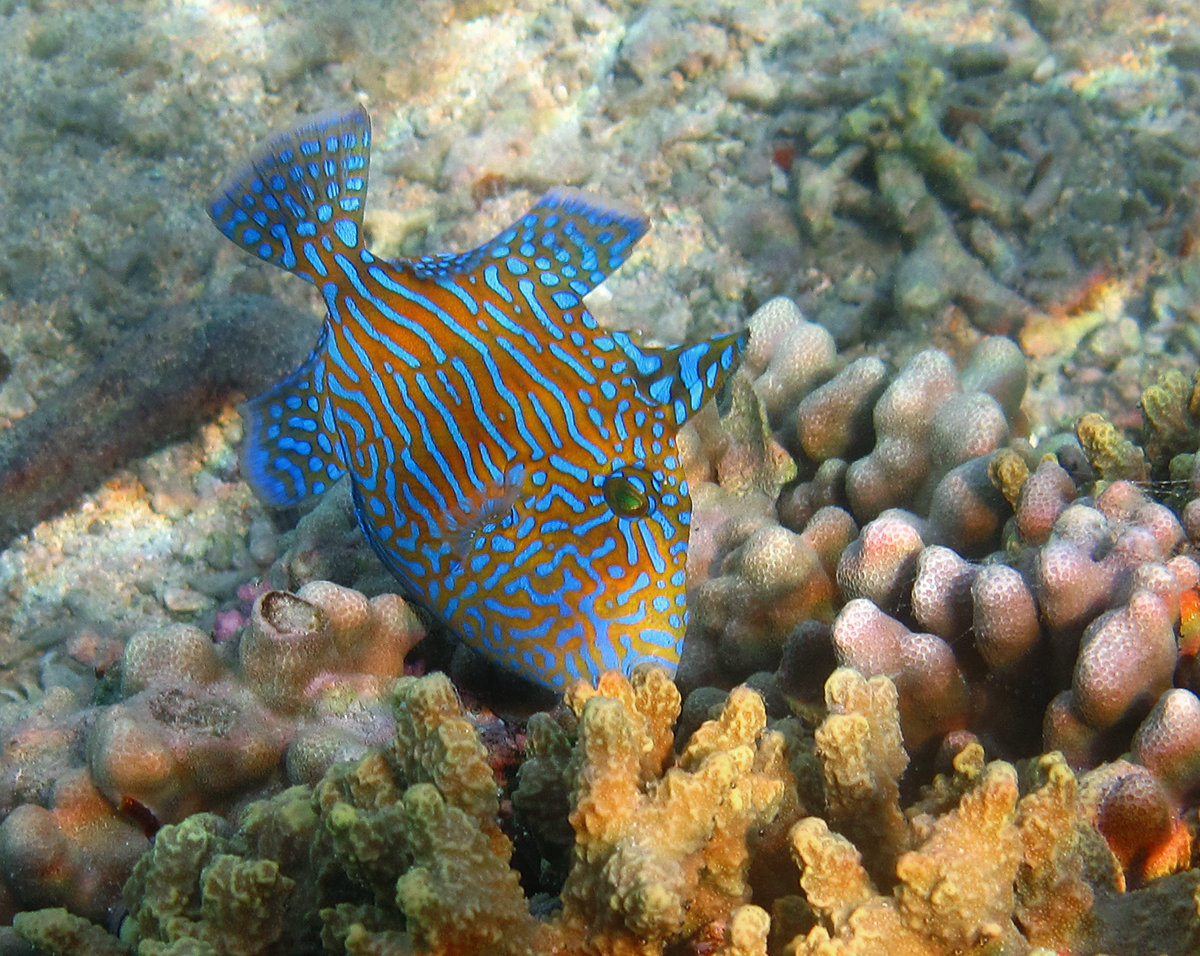
Un baliste vermiculé (Pseudobalistes fuscus) subadulte
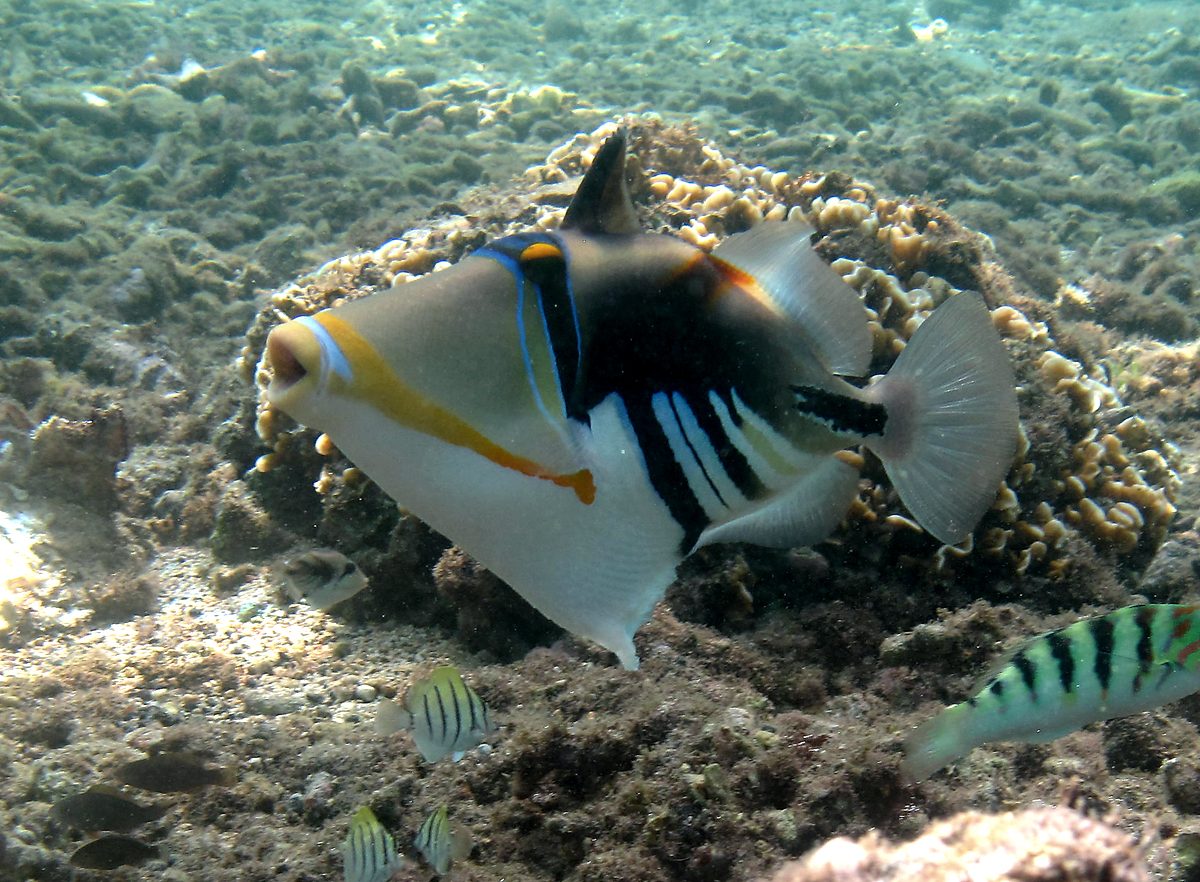
Un baliste Picasso (Rhinecanthus aculeatus) en attitude d'intimidation
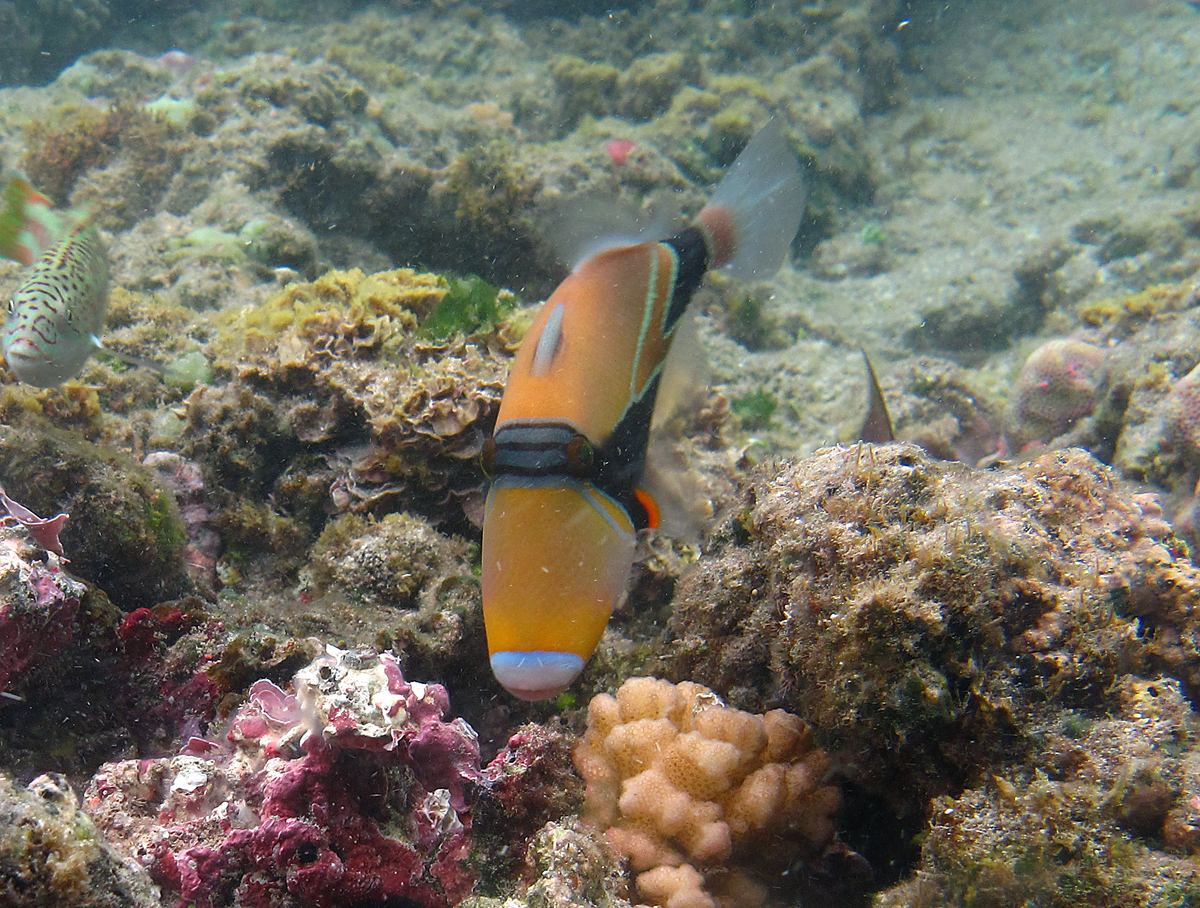
Un baliste Picasso à bandeau noir (Rhinecanthus rectangulus)
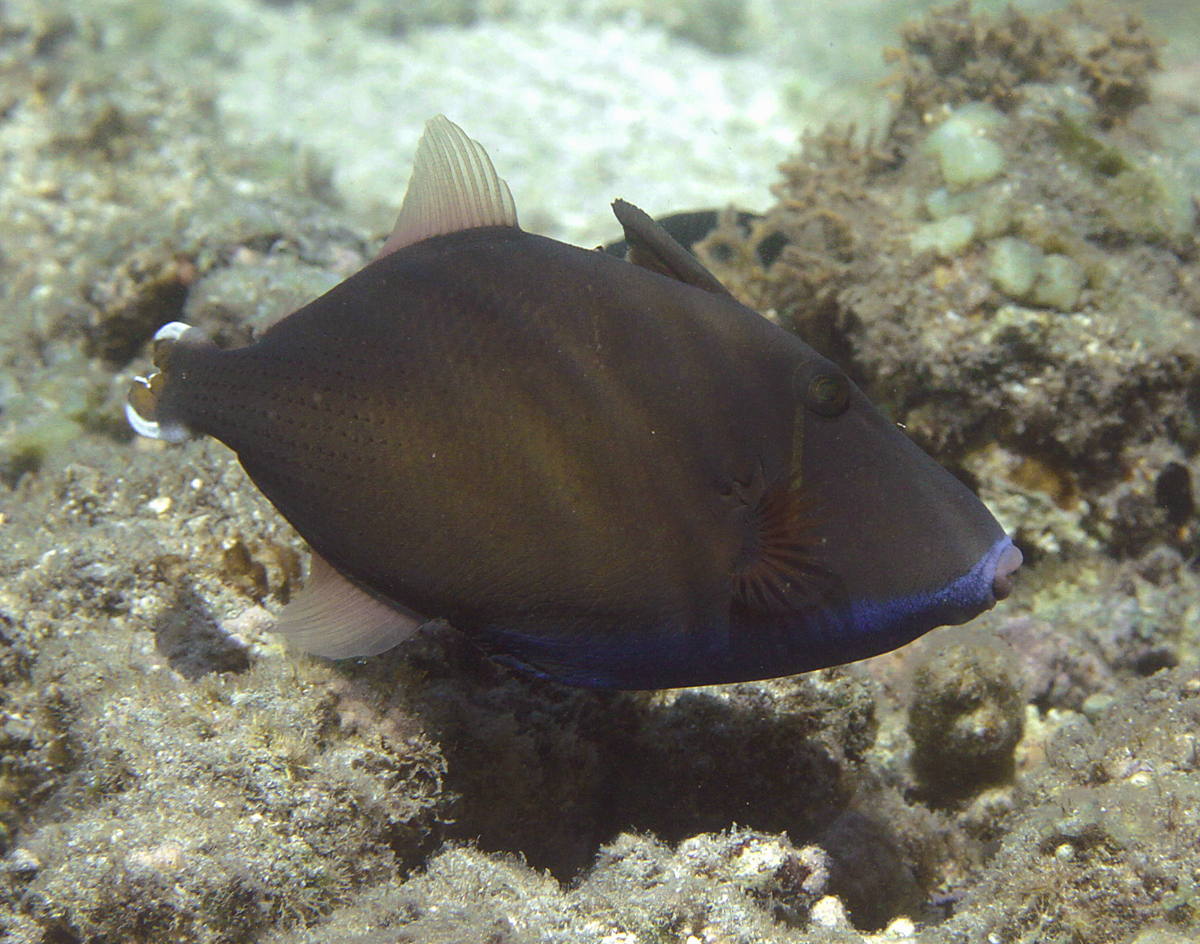
Un baliste à gorge bleue (Sufflamen chrysopterum)
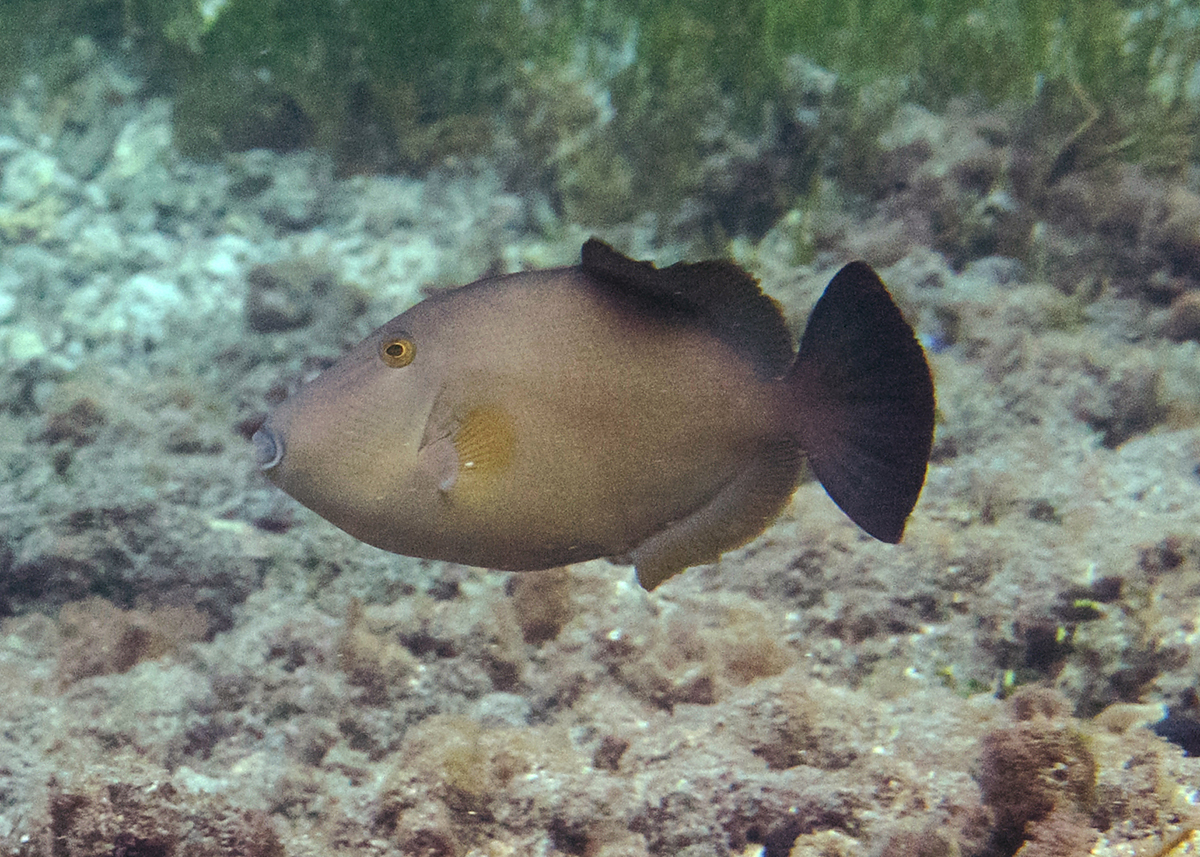
Un baliste masqué (Sufflamen fraenatum)
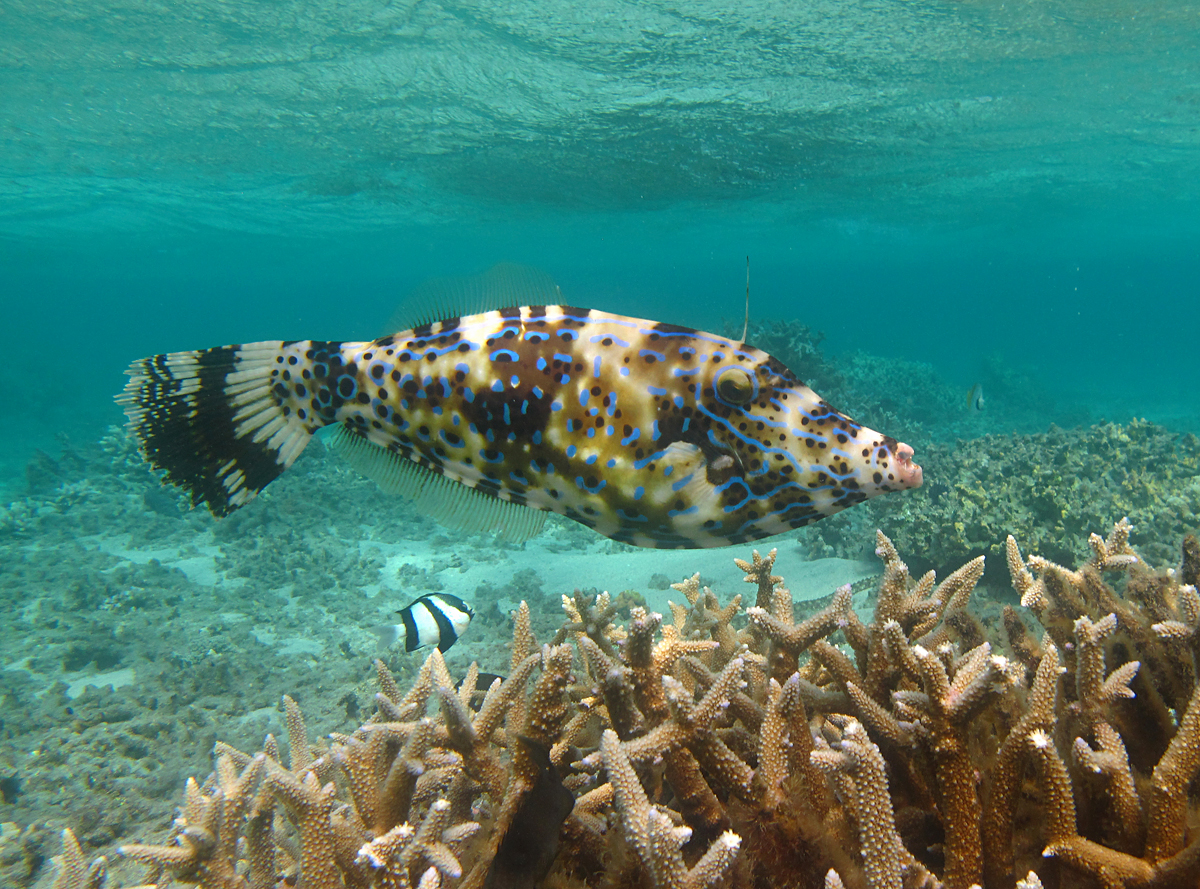
Un poisson-lime gribouillé ou bourse écriture (Aluterus scriptus), en  livrée d'intimidation avant le pillage des algues des grégoires jardiniers
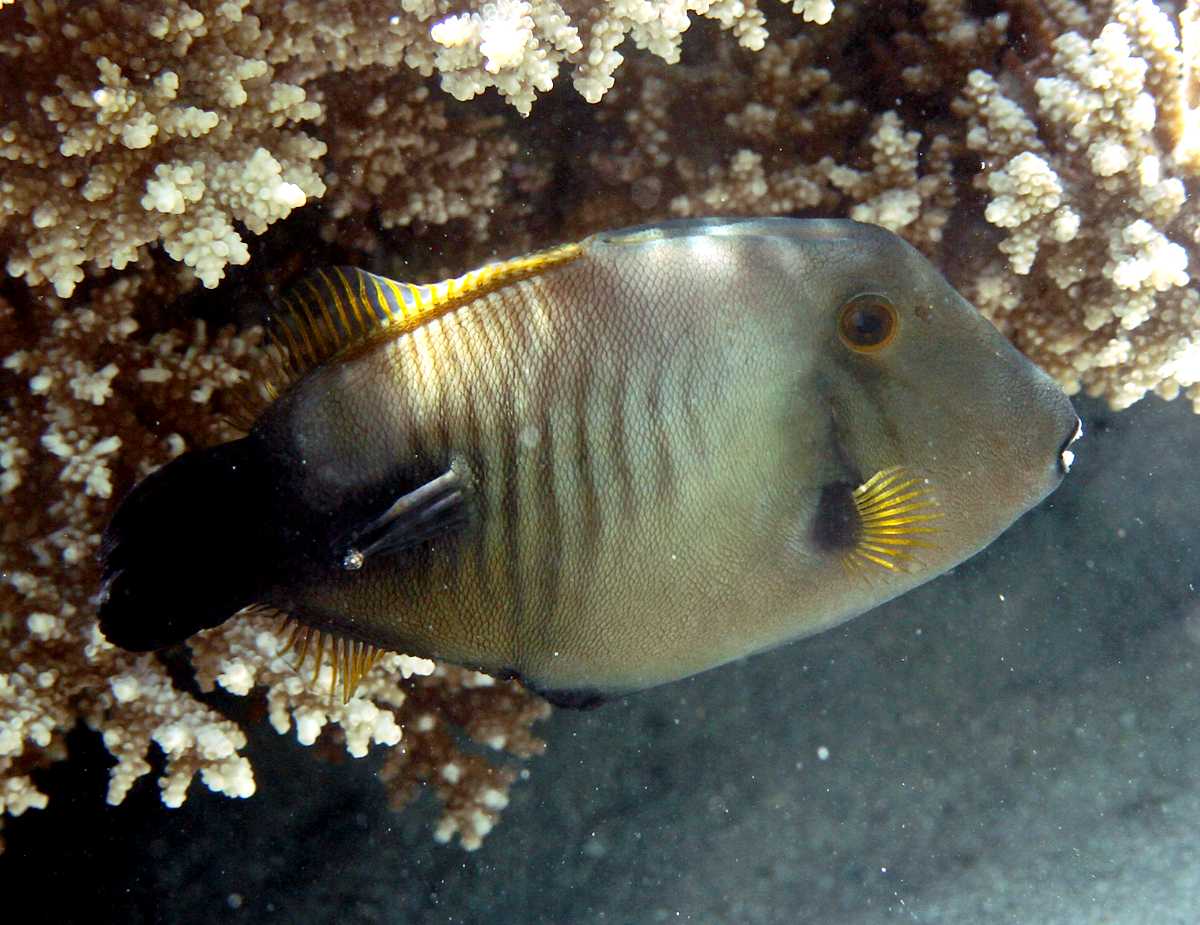
Un poisson-lime balai (Amanses scopas)
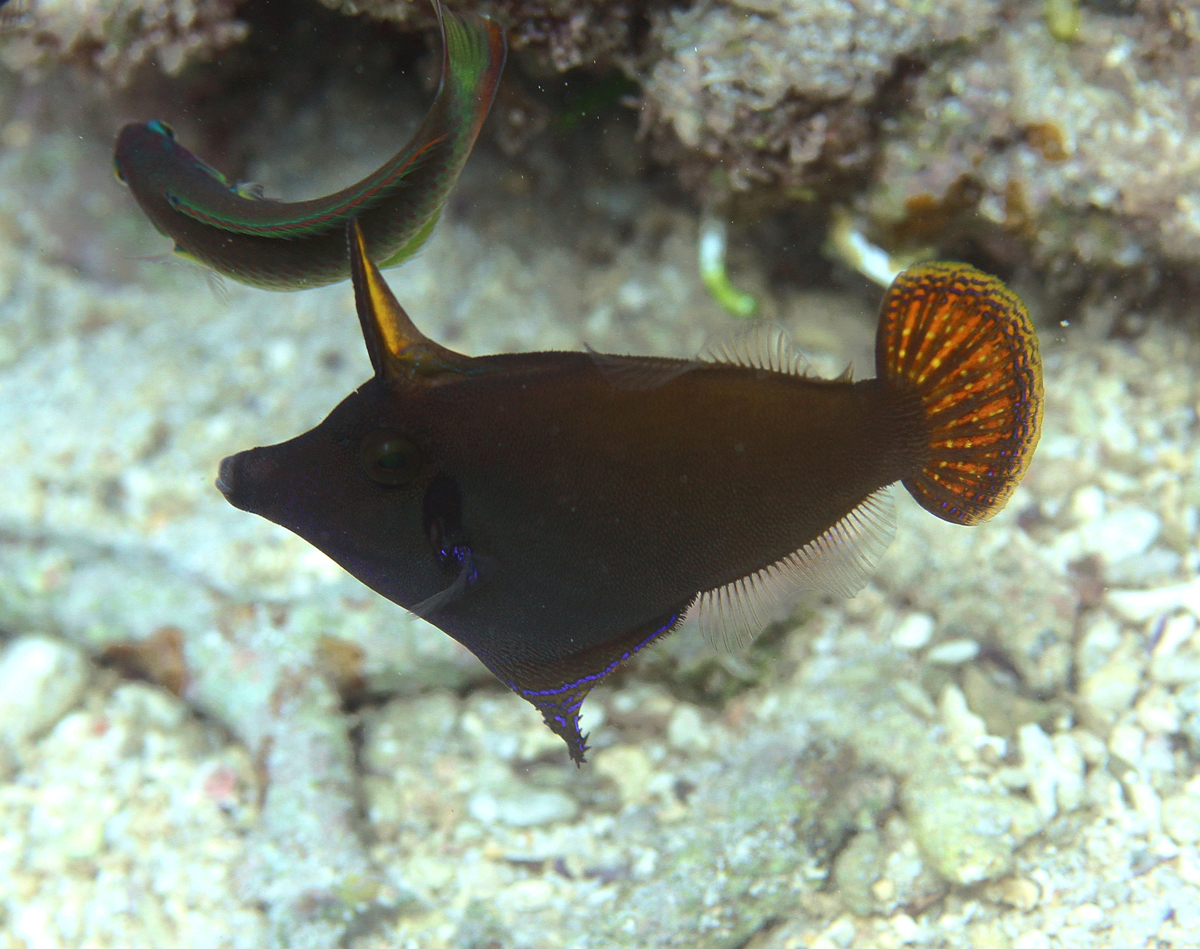
Un poisson-lime à bande noire (Pervagor janthinosoma)
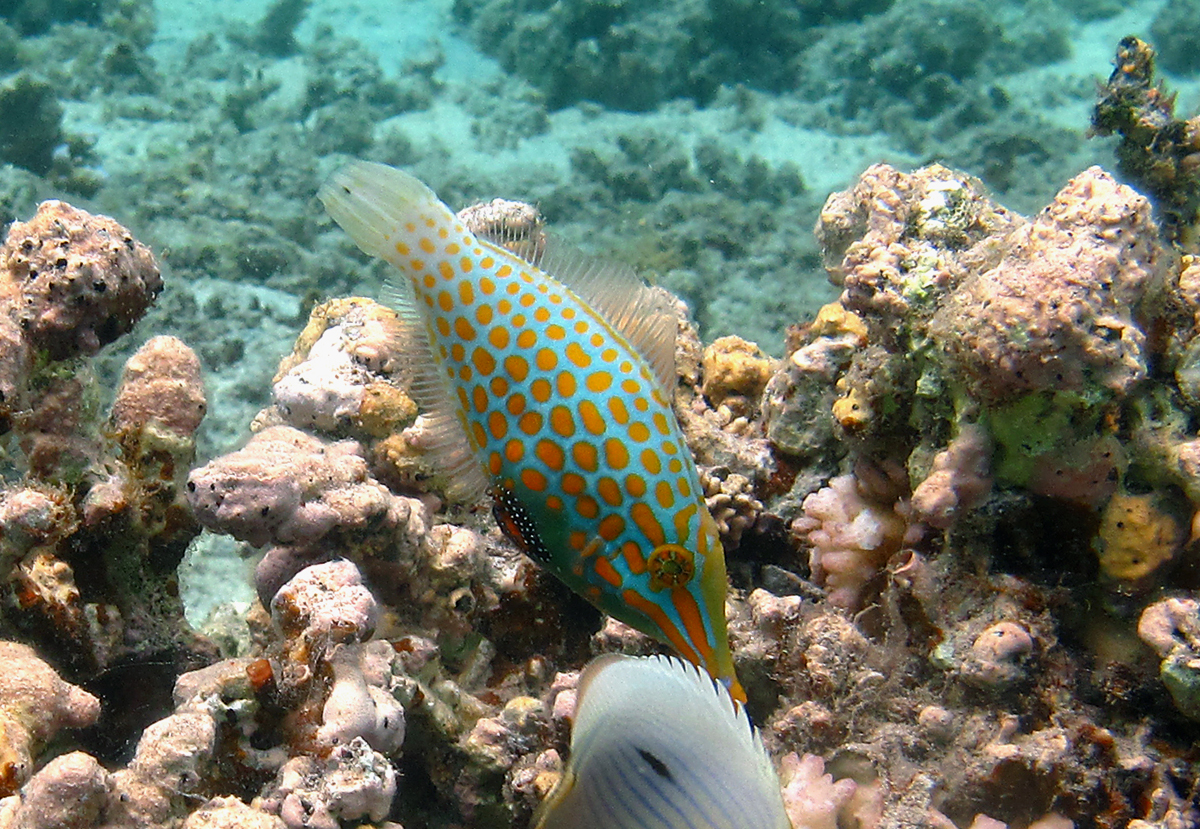
Un poisson-lime à taches orange (Oxymonacanthus longirostris)
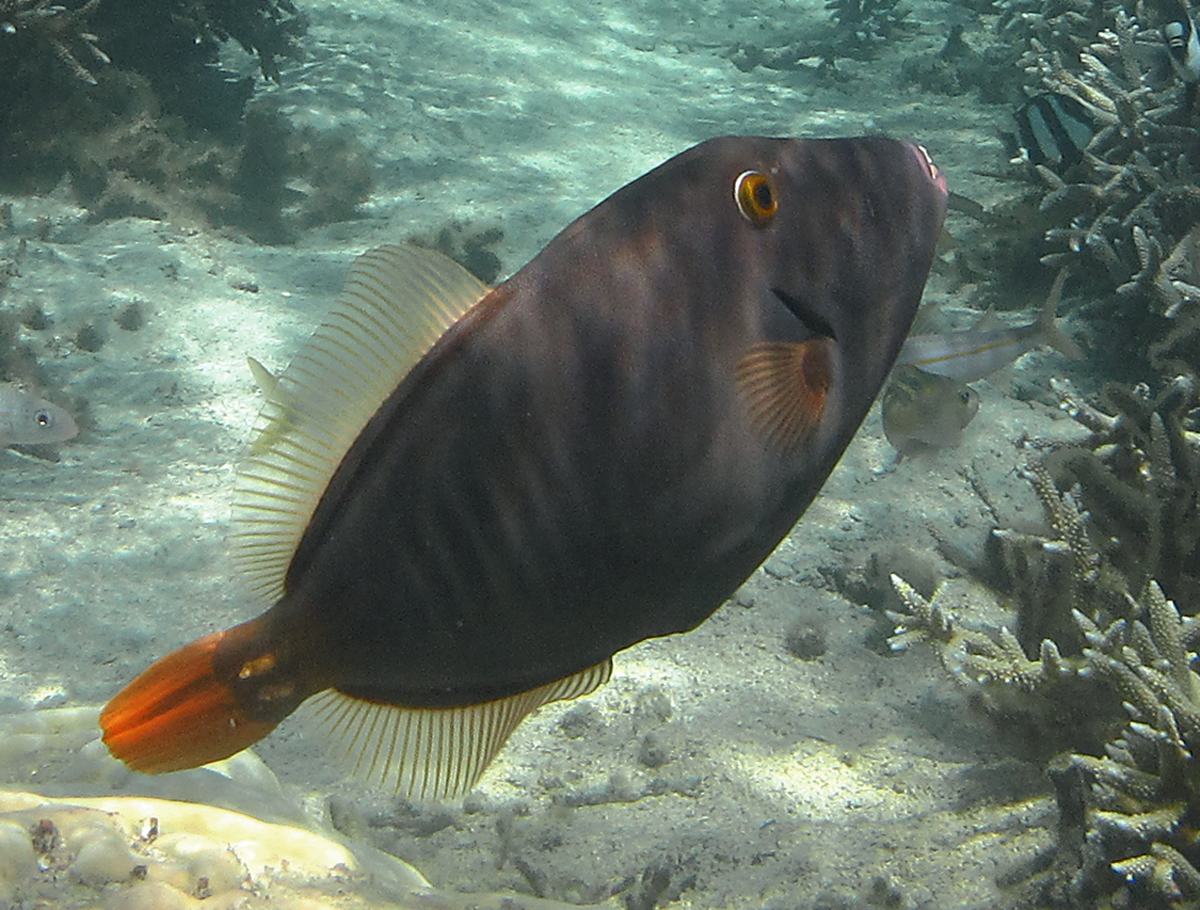
Un monacanthe rayé (Cantherhines dumerilii)
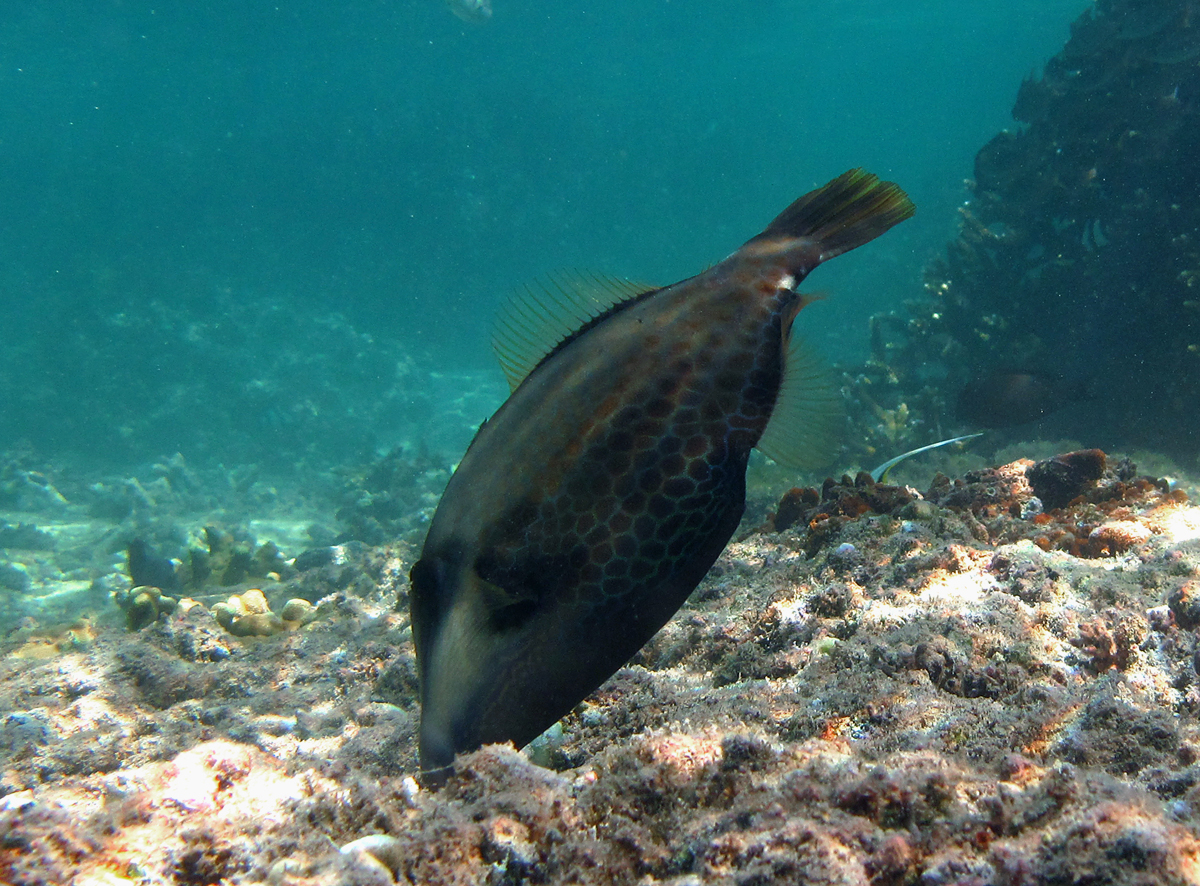
Un poisson-lime panthère (Cantherhines pardalis)
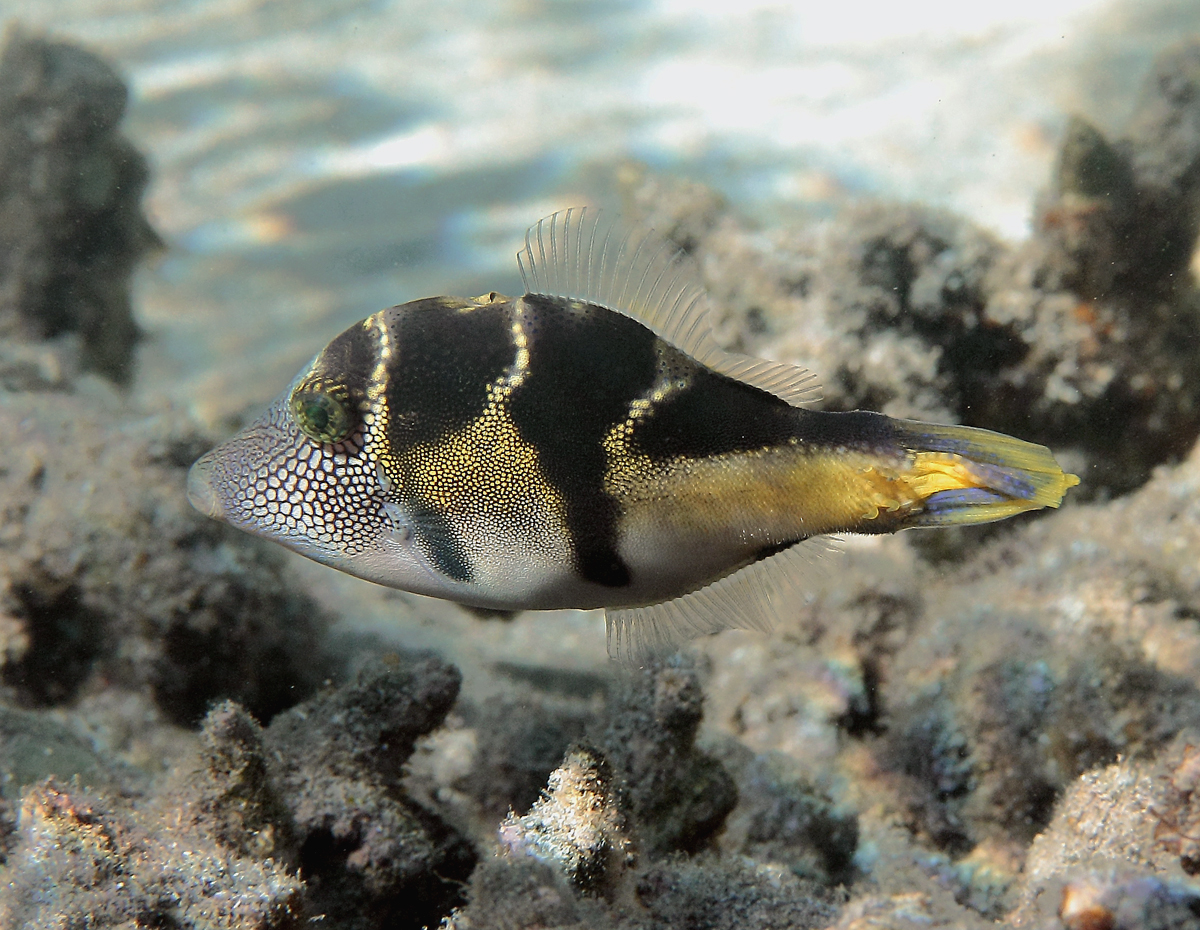
Un monacanthe à selles noires (Paraluteres prionurus) en livrée nuptiale, mimétique de Canthigaster valentini.
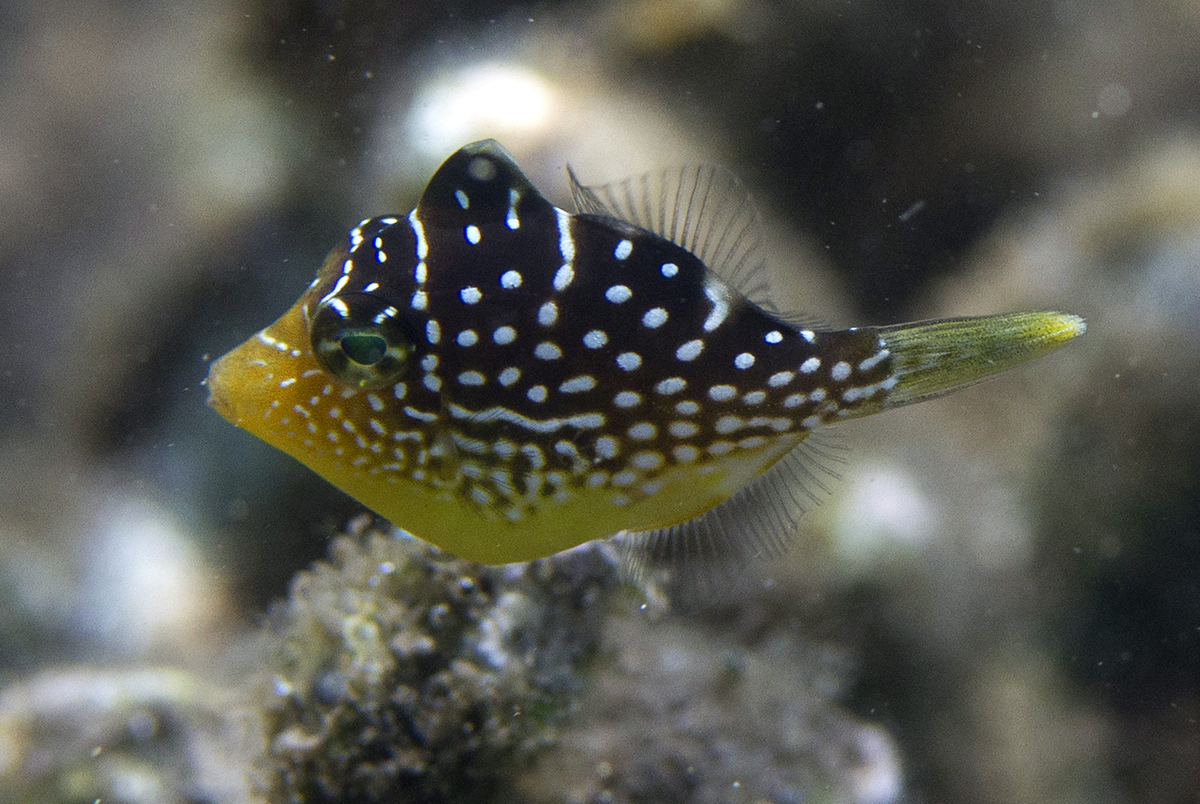
Un Paraluteres juvénile inconnu
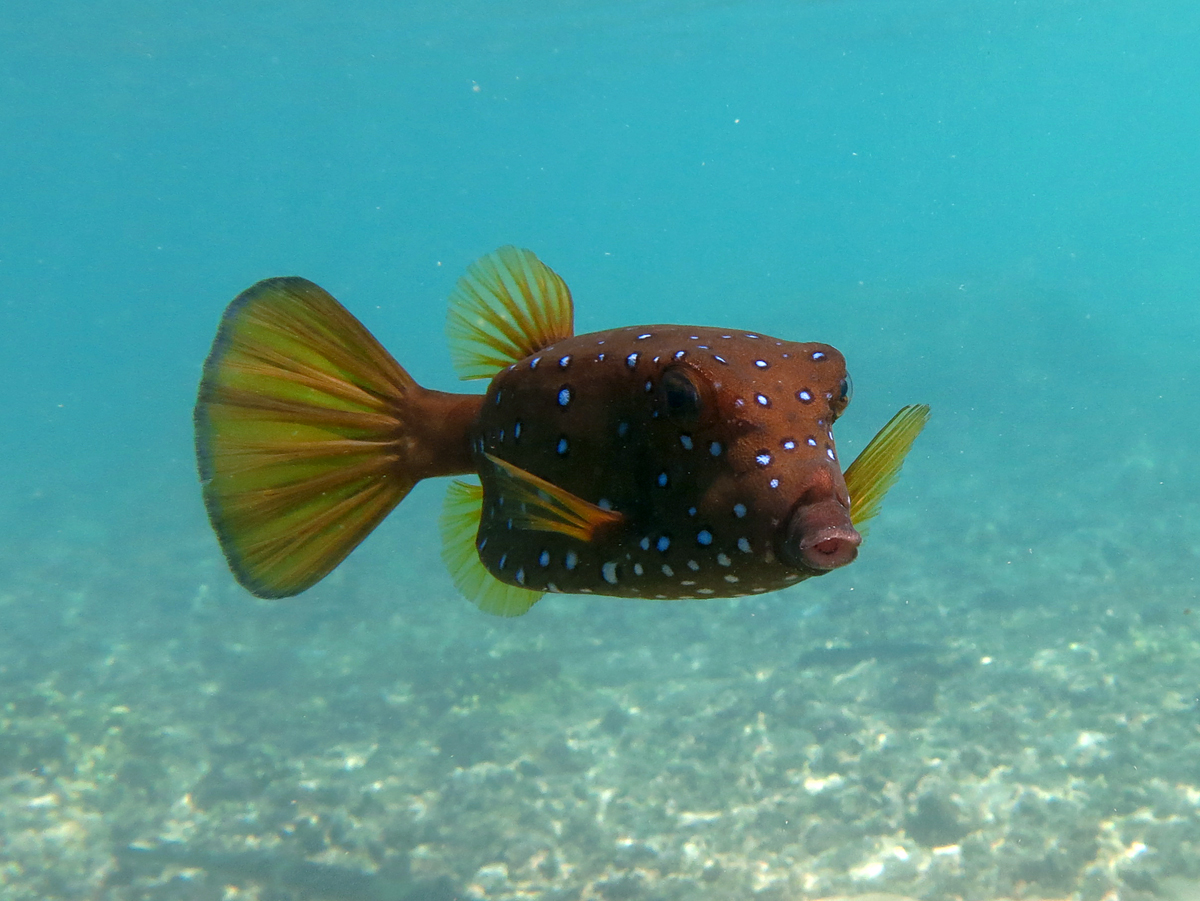
Un poisson-coffre jaune (Ostracion cubicus)
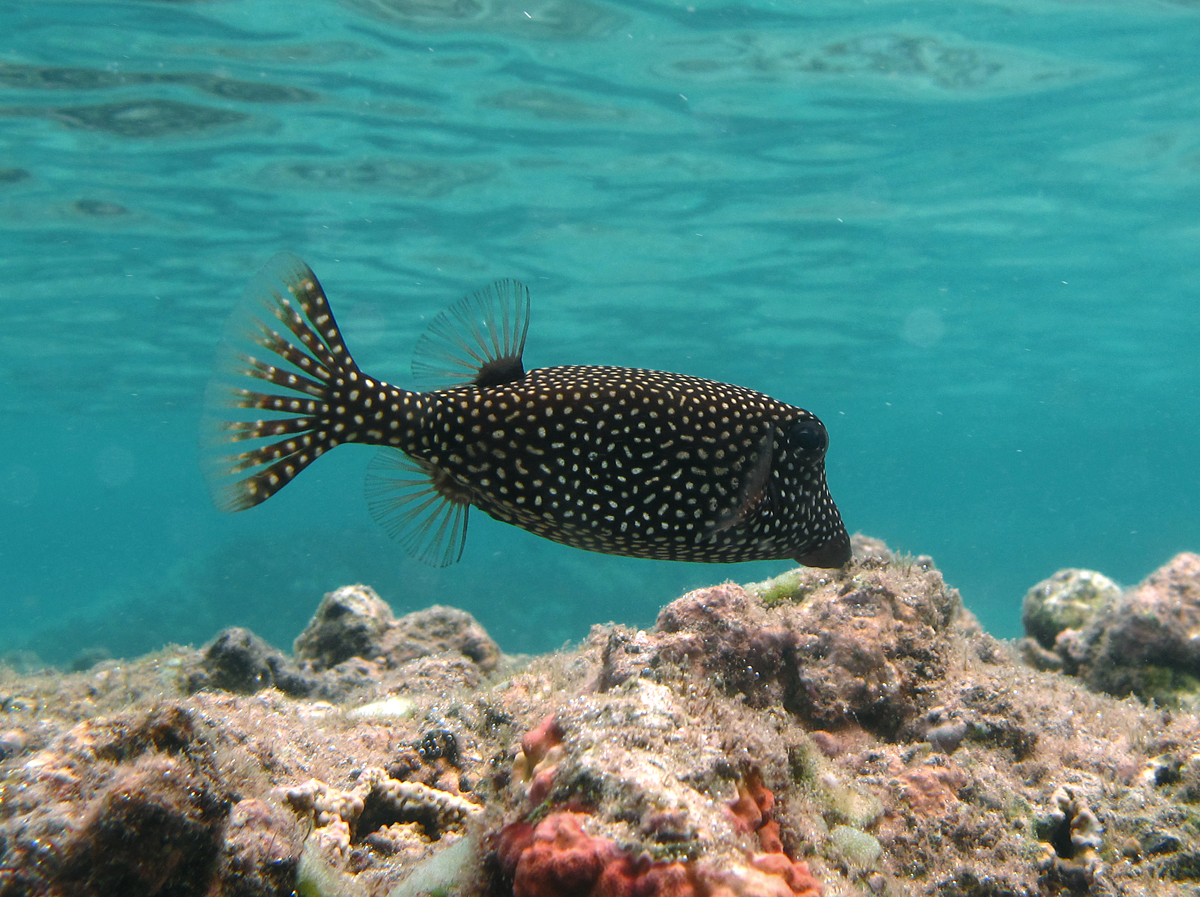
Un poisson-coffre pintade (Ostracion meleagris) femelle
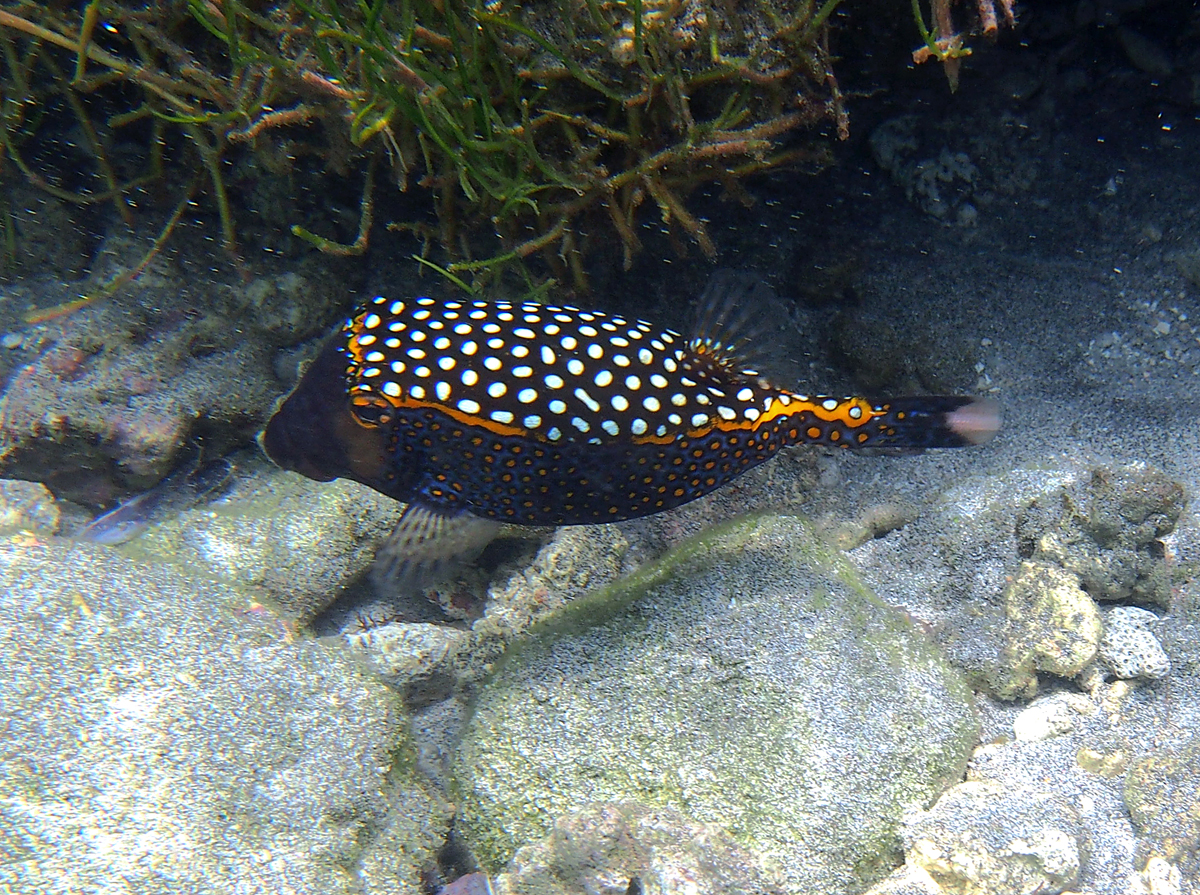
Un poisson-coffre pintade (Ostracion meleagris) mâle
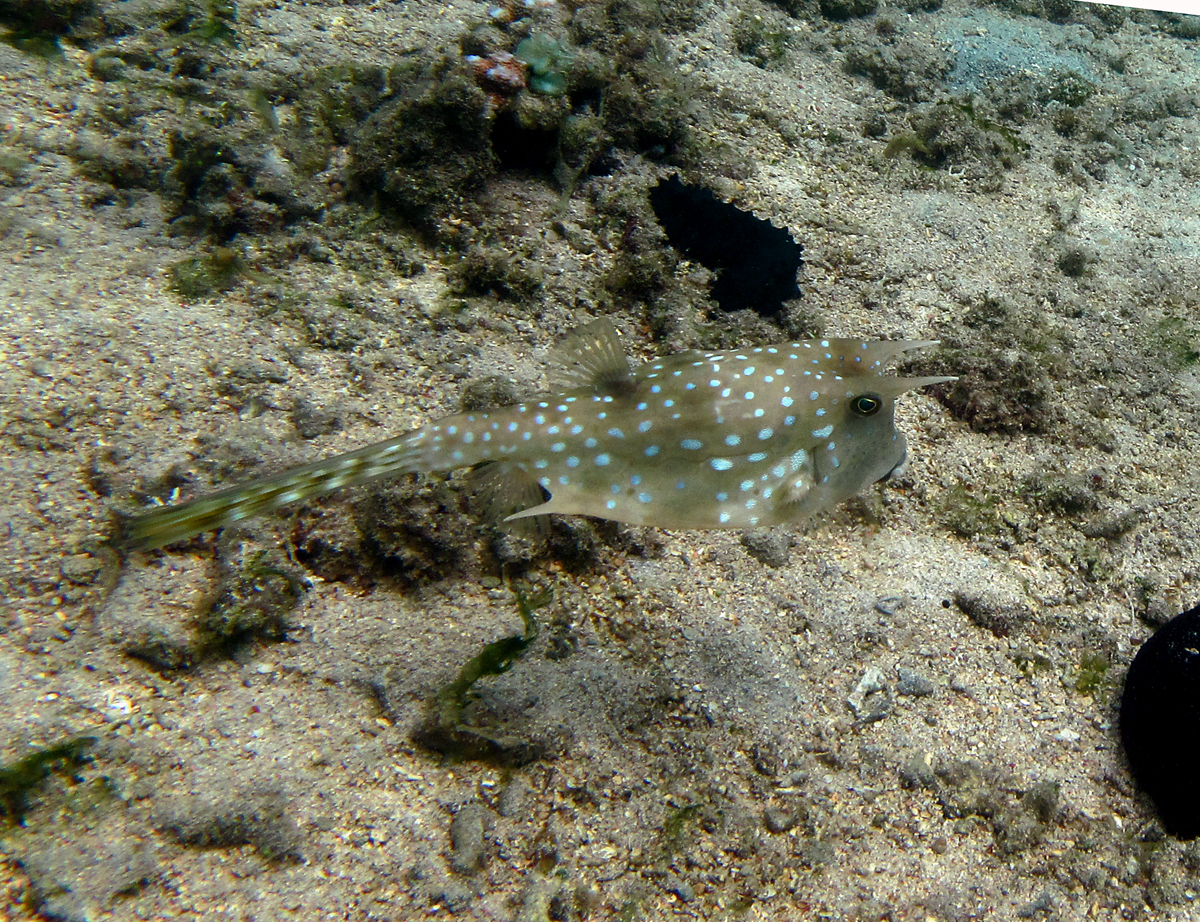
Un poisson-vache à longues cornes (Lactoria cornuta)
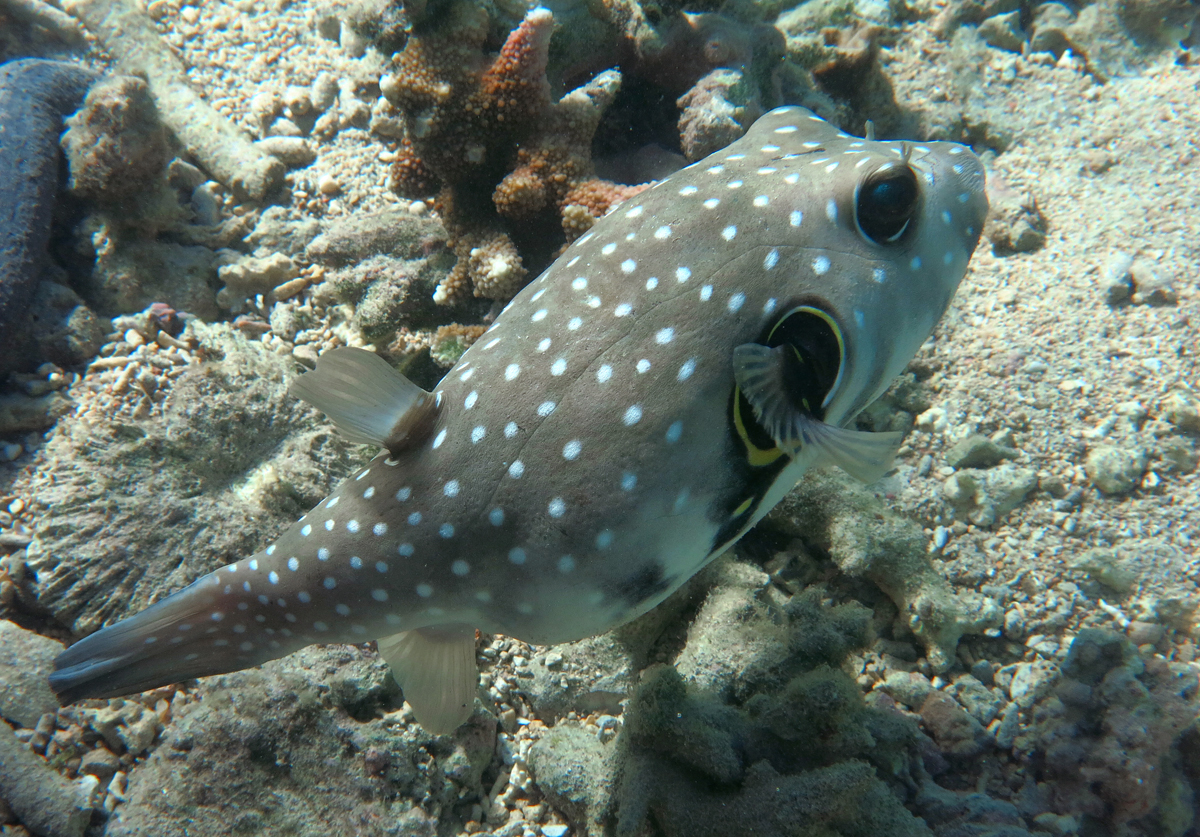
Un poisson-ballon à taches blanches (Arothron hispidus)
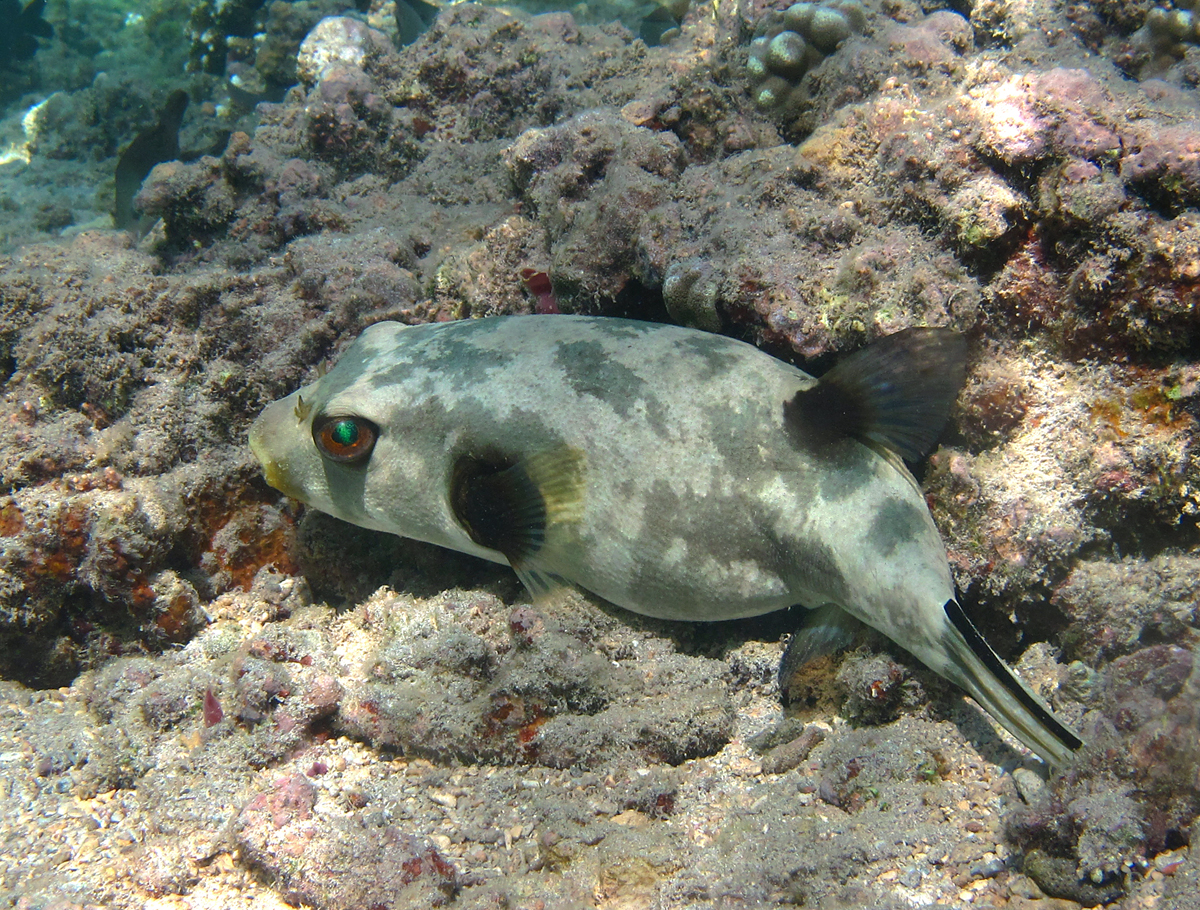
Un poisson-ballon à lignes brunes (Arothron immaculatus) , en livrée de camouflage (normalement blanc)
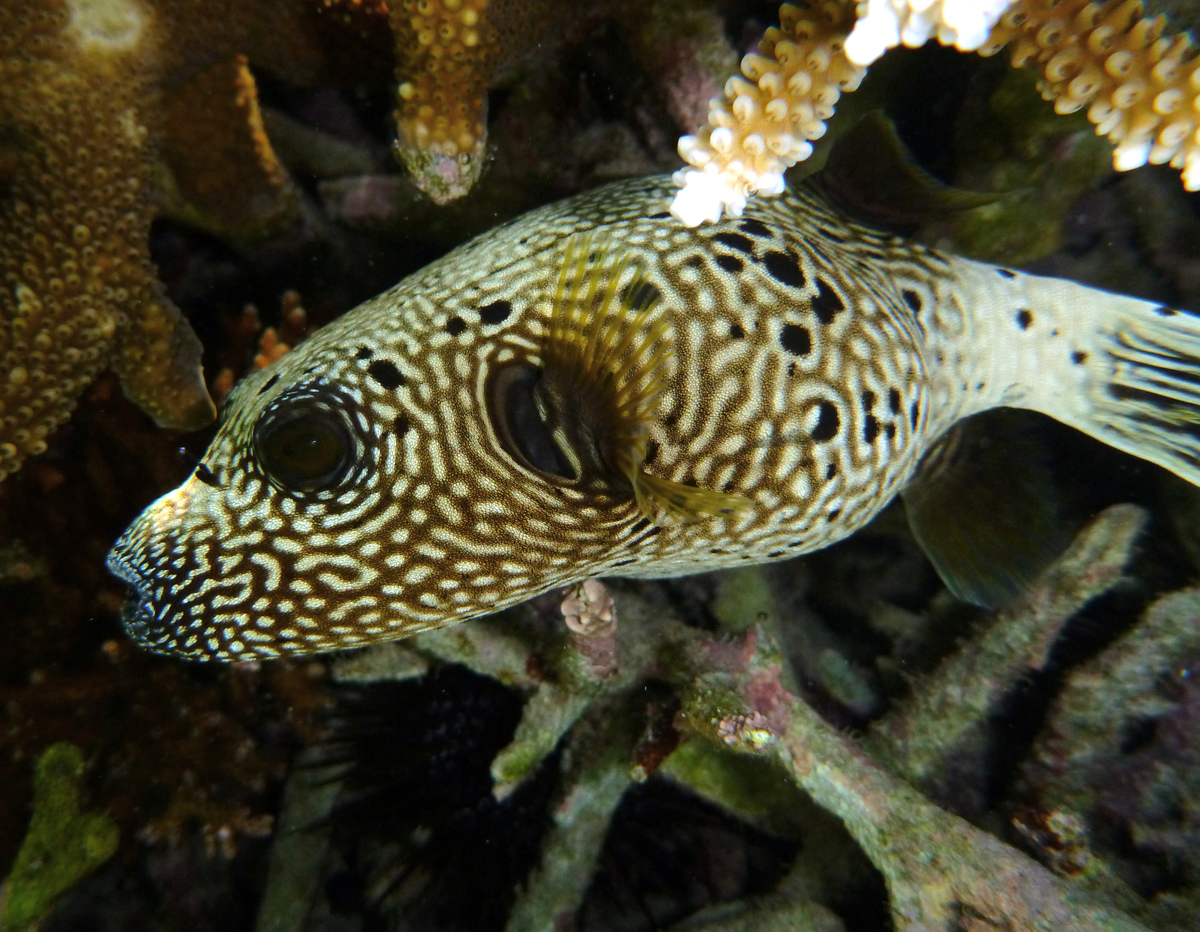
Un poisson-ballon griffonné (Arothron mappa)
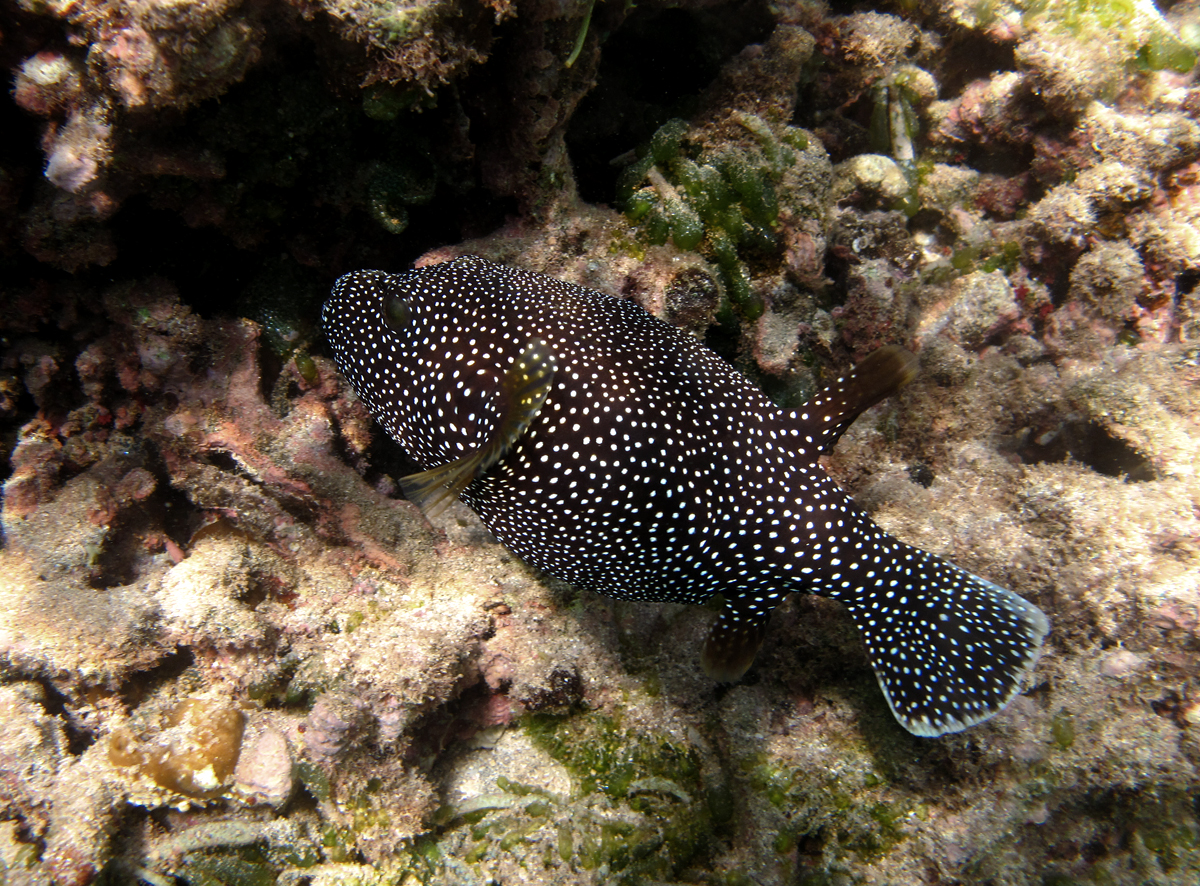
Un poisson-ballon moucheté ou tétrodon pintade (Arothron meleagris)
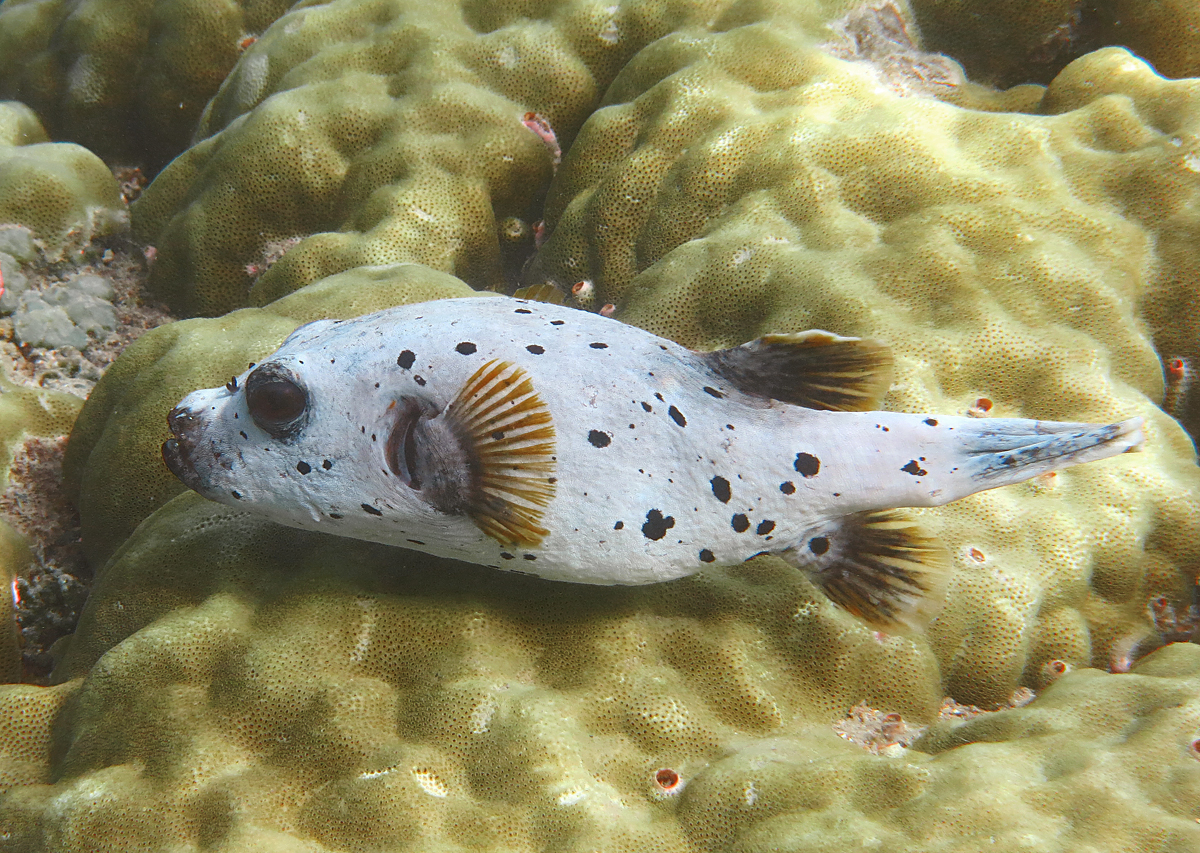
Un poisson ballon à taches noires (Arothron nigropunctatus) en livrée blanche
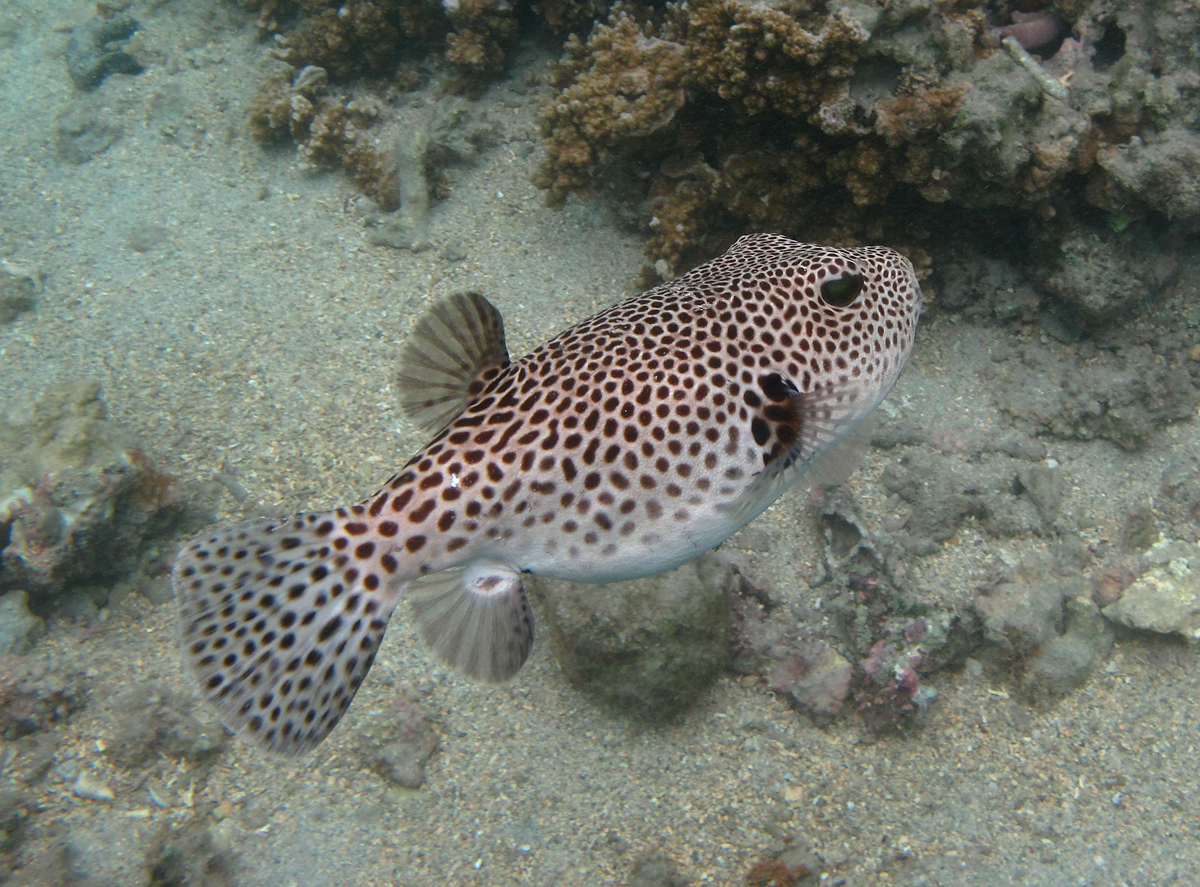
Un poisson-ballon étoilé (Arothron stellatus)
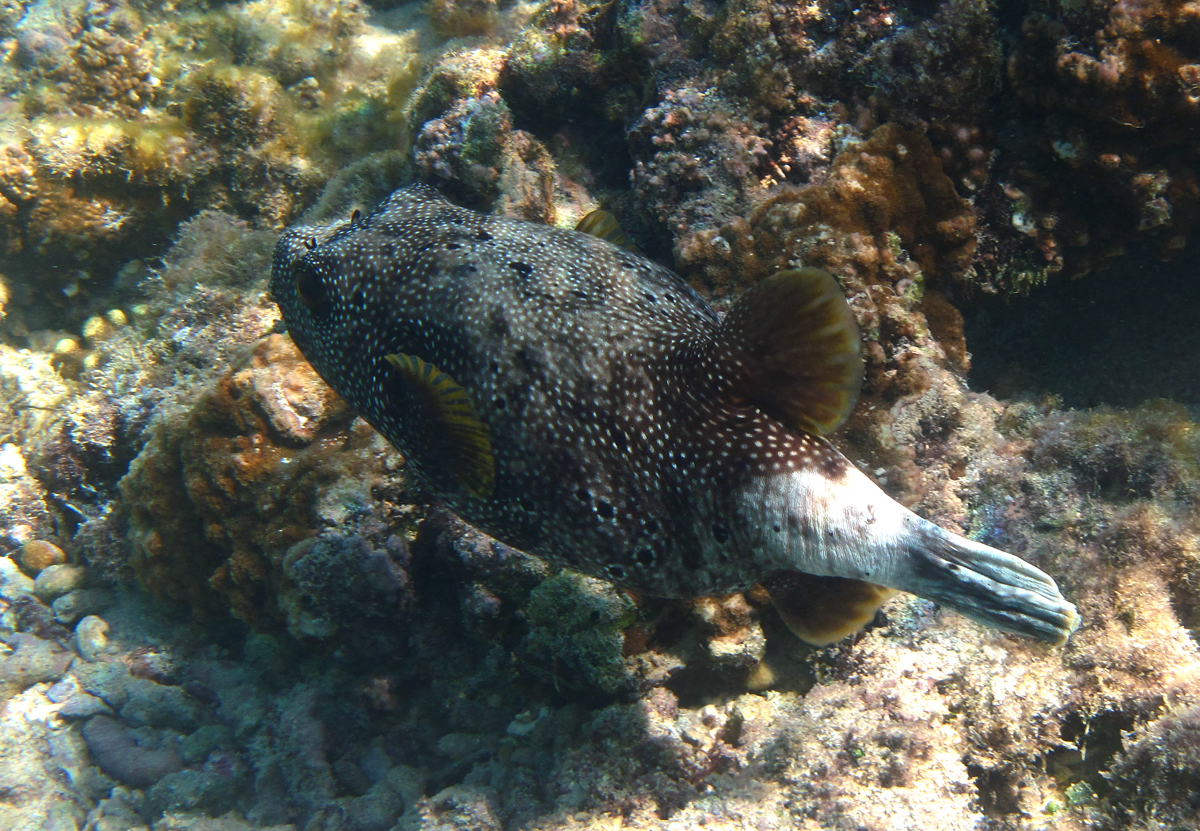
Hybride A. nigropunctatus x A. meleagris
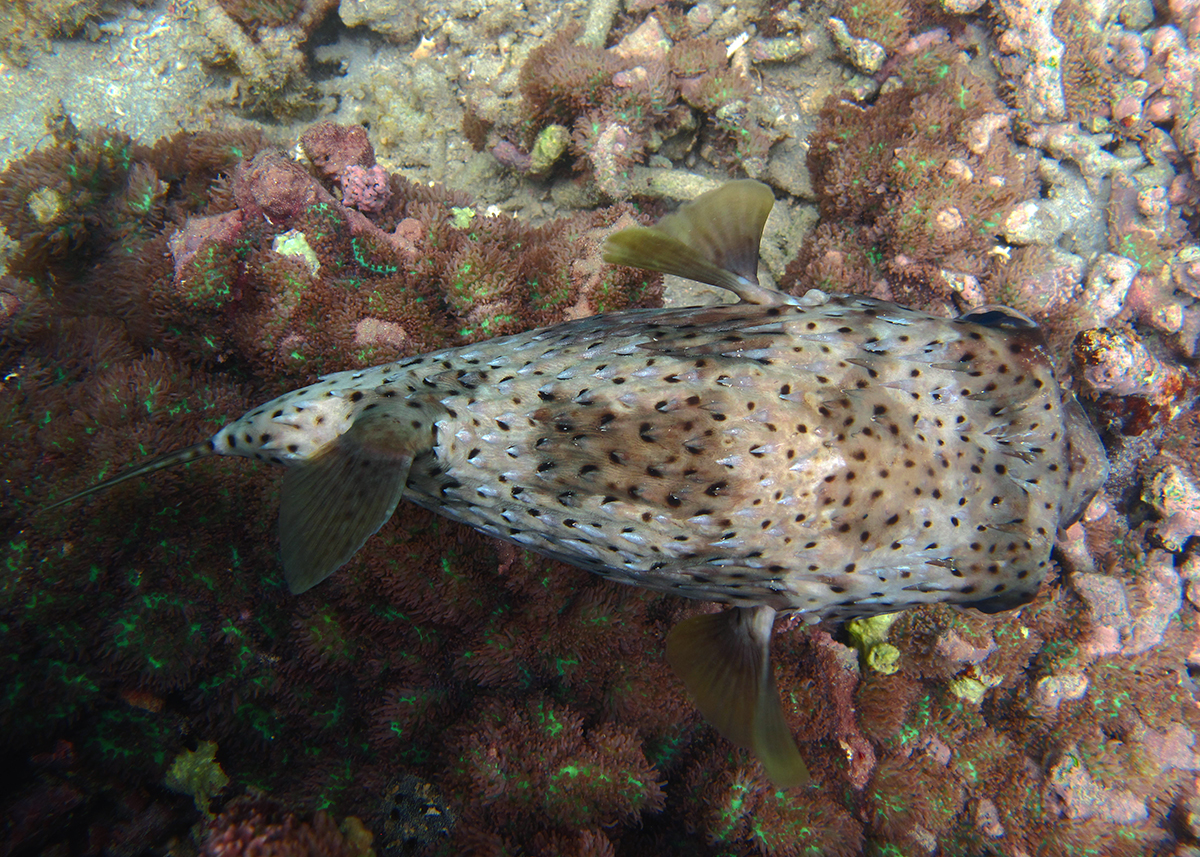
Un poisson porc-épic ballon (Diodon holocanthus) de nuit
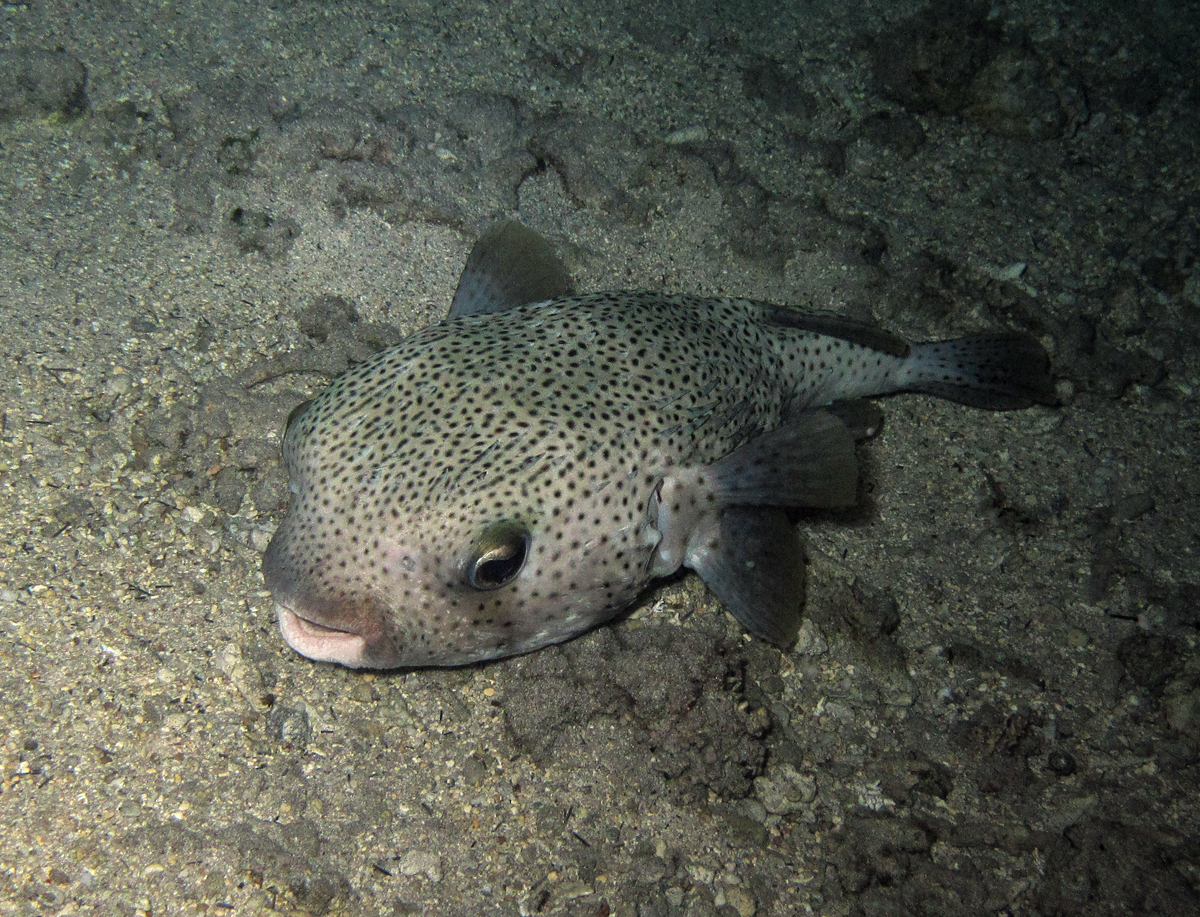
Un poisson porc-épic (Diodon hystrix) de nuit
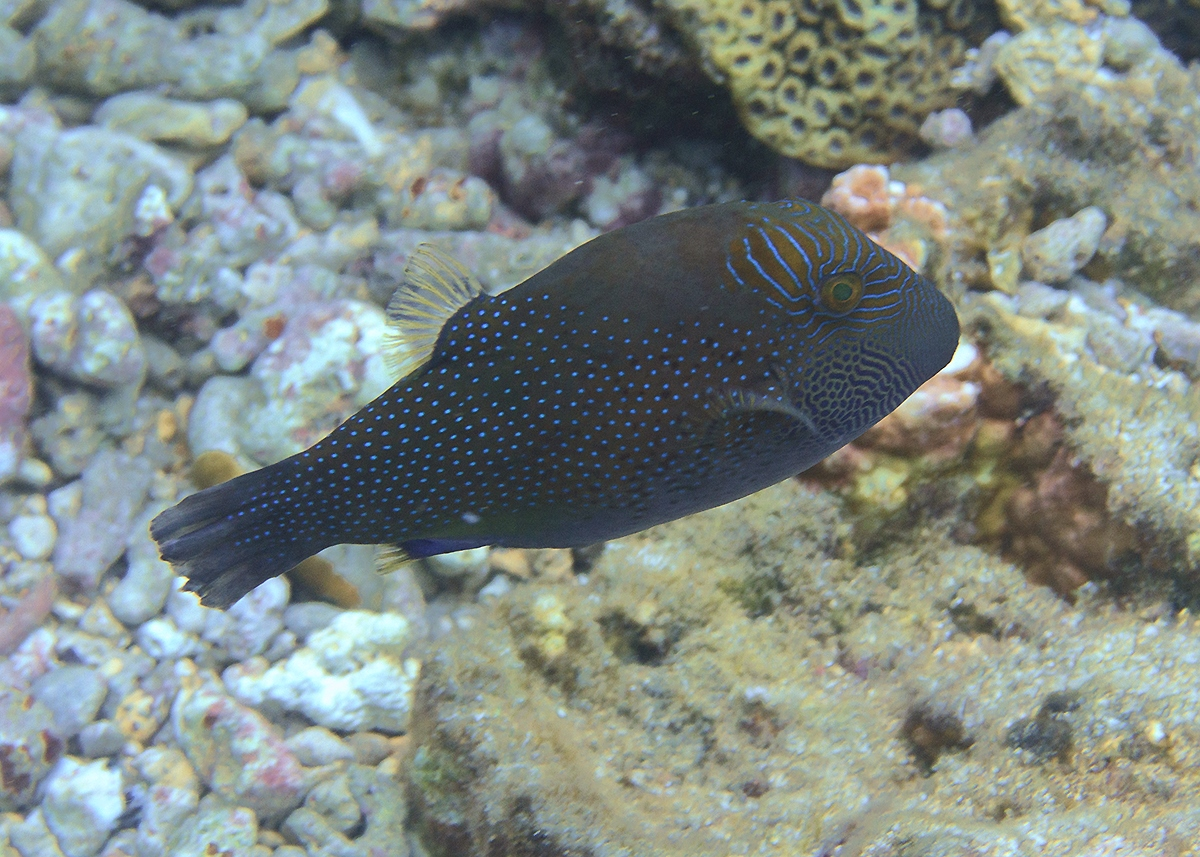
Canthigaster amboinensis
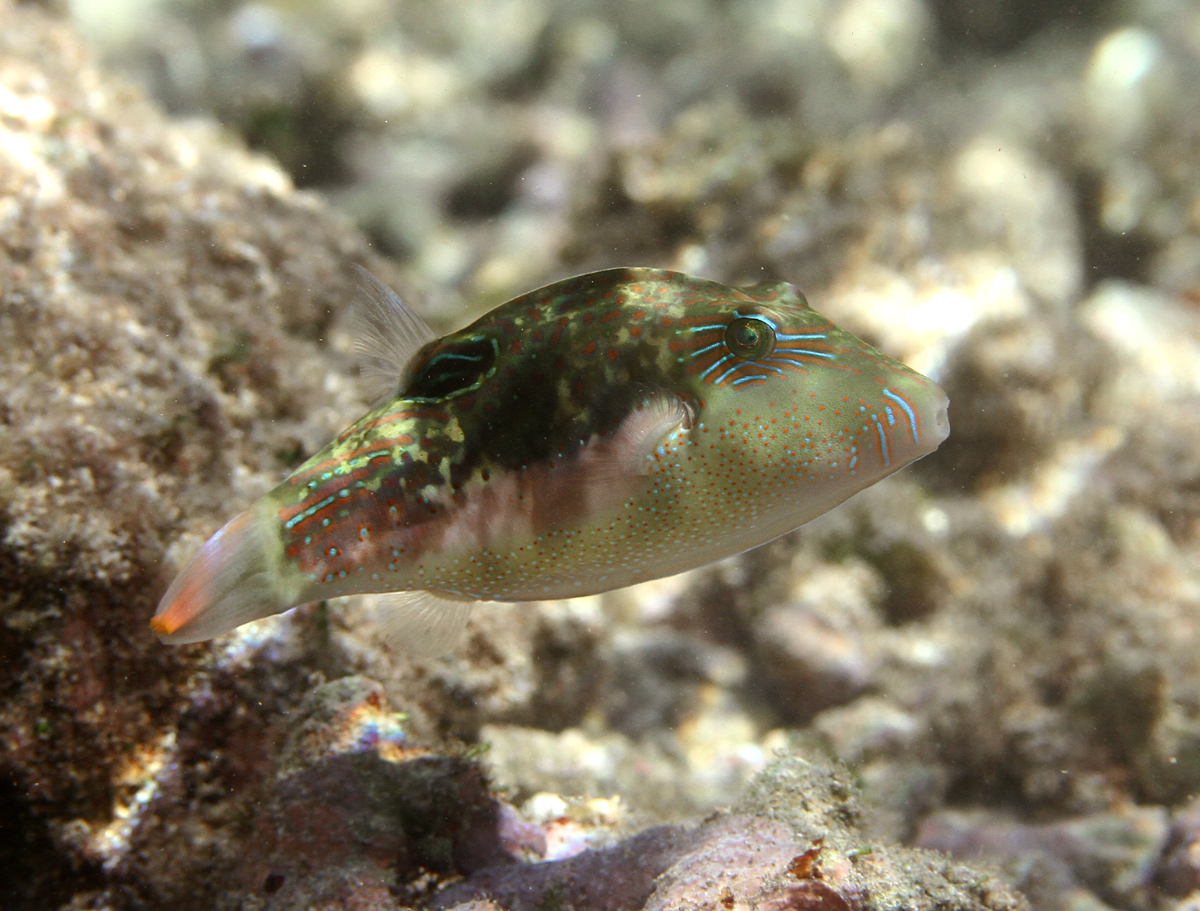
Une bourse de sable (Canthigaster bennetti)
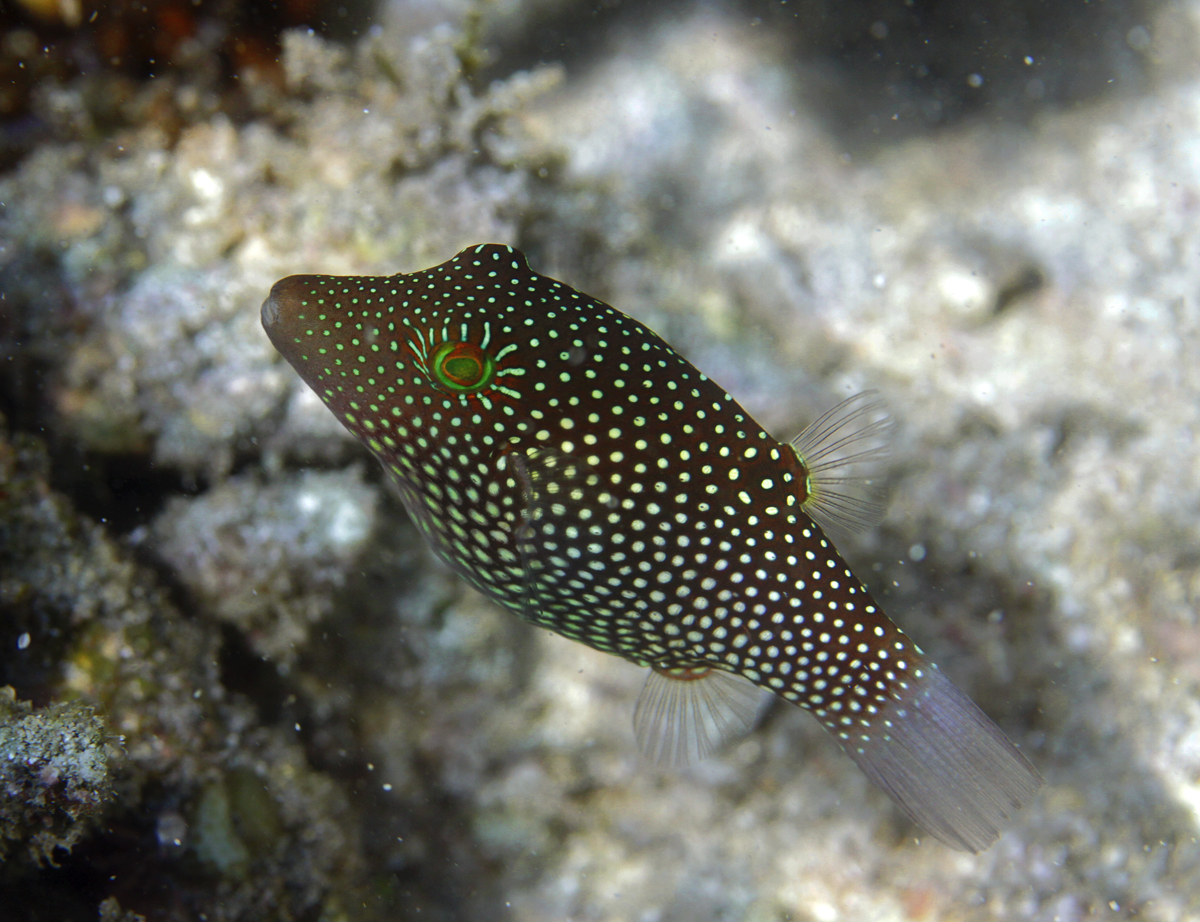
Un canthigaster alvéolé (Canthigaster janthinoptera)
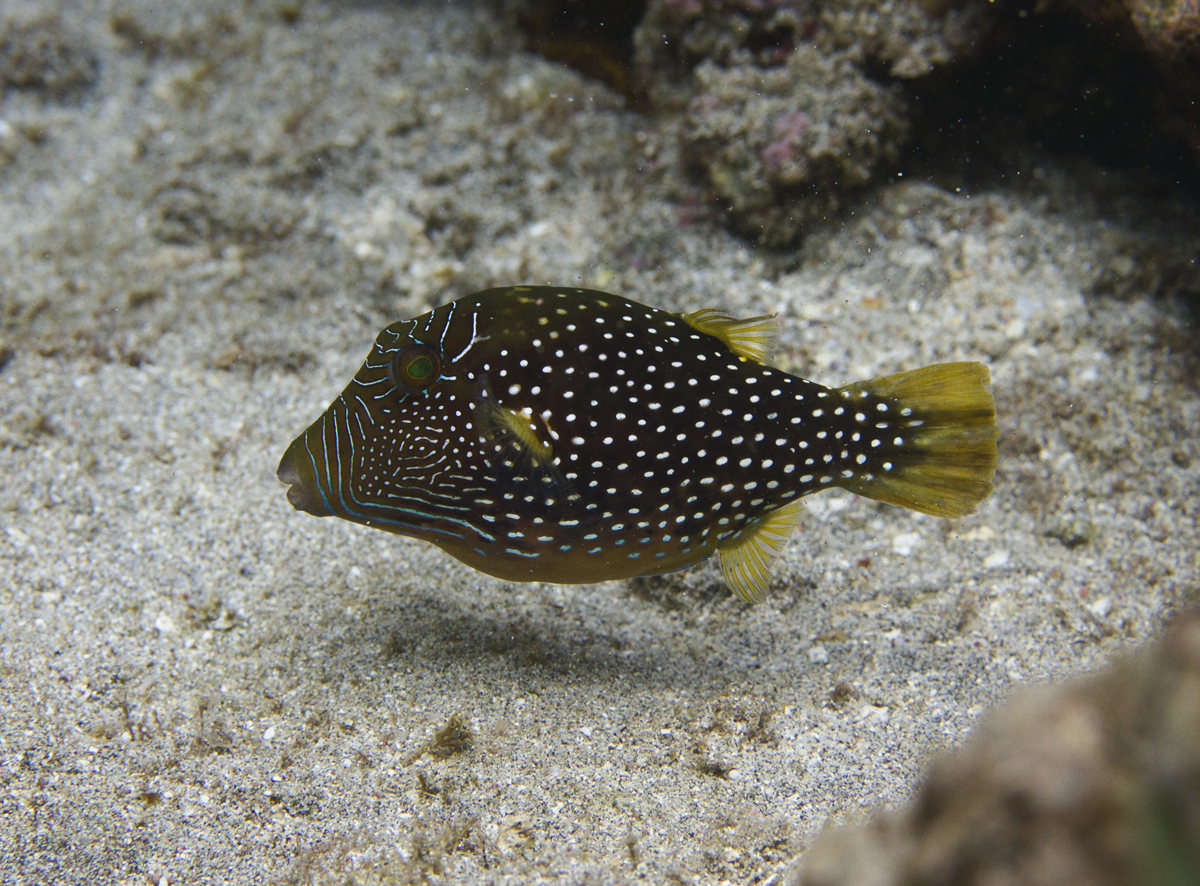
Un canthigaster du Natal (Canthigaster natalensis)
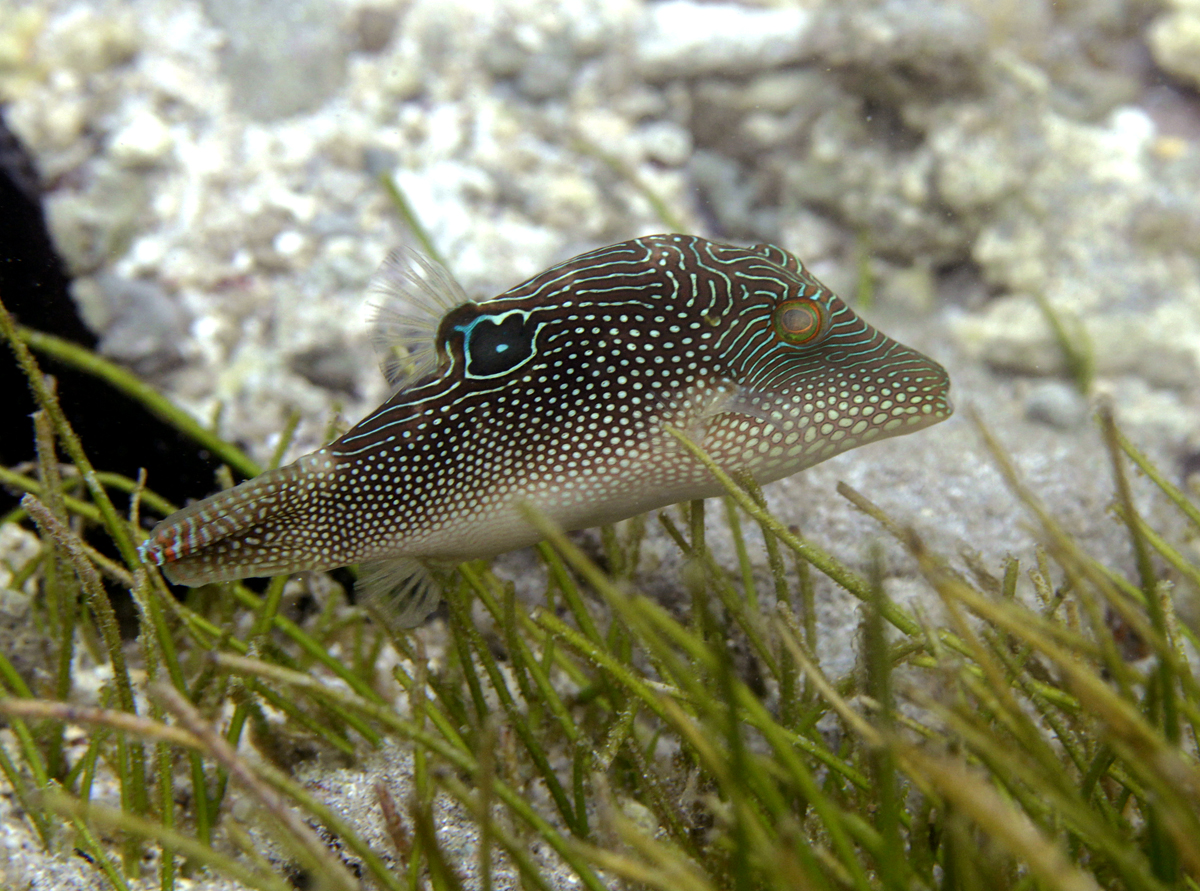
Un canthigaster de Peters (Canthigaster petersii)
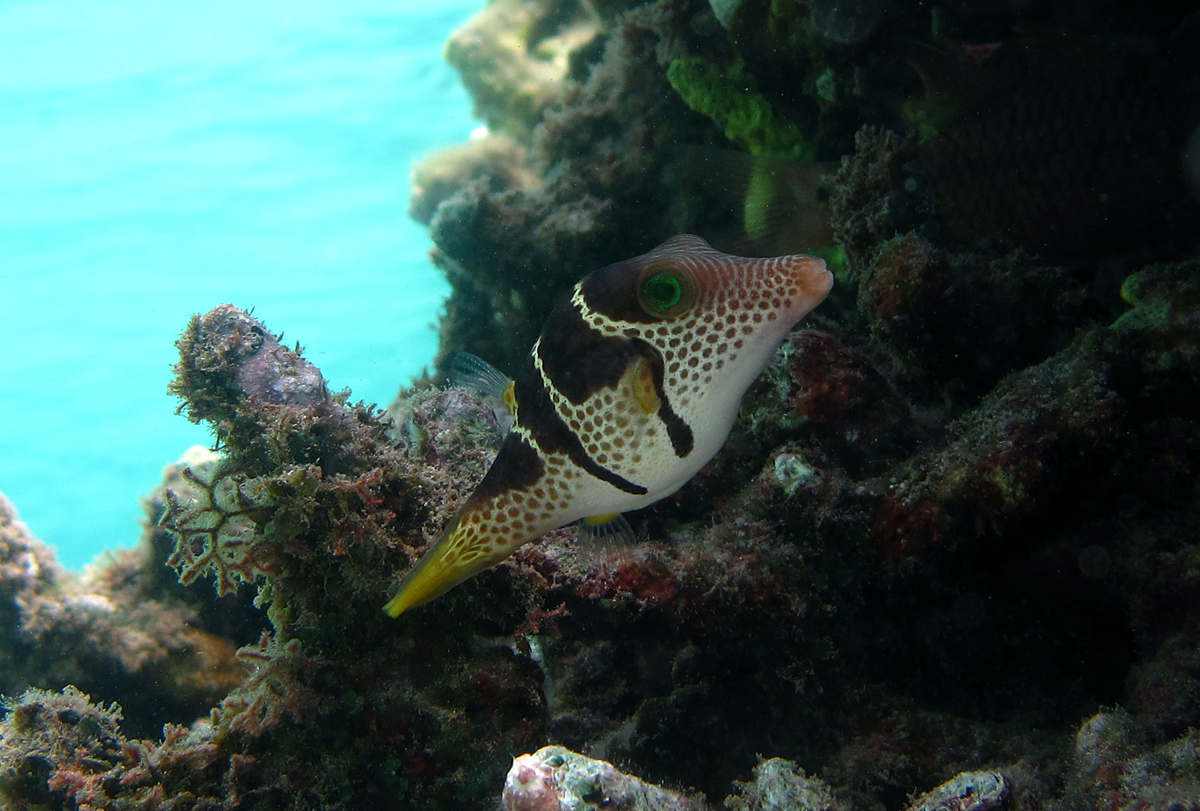
Un canthigaster à selles (Canthigaster valentini)

#### PoissonsGonorynchiformes
Les Gonorynchiformes forment un ordre très réduit (34 espèces réparties en 4 familles) et très original au sein des poissons téléostéens, constitué de poissons sans dents, et avec une conformation du squelette très dérivée.

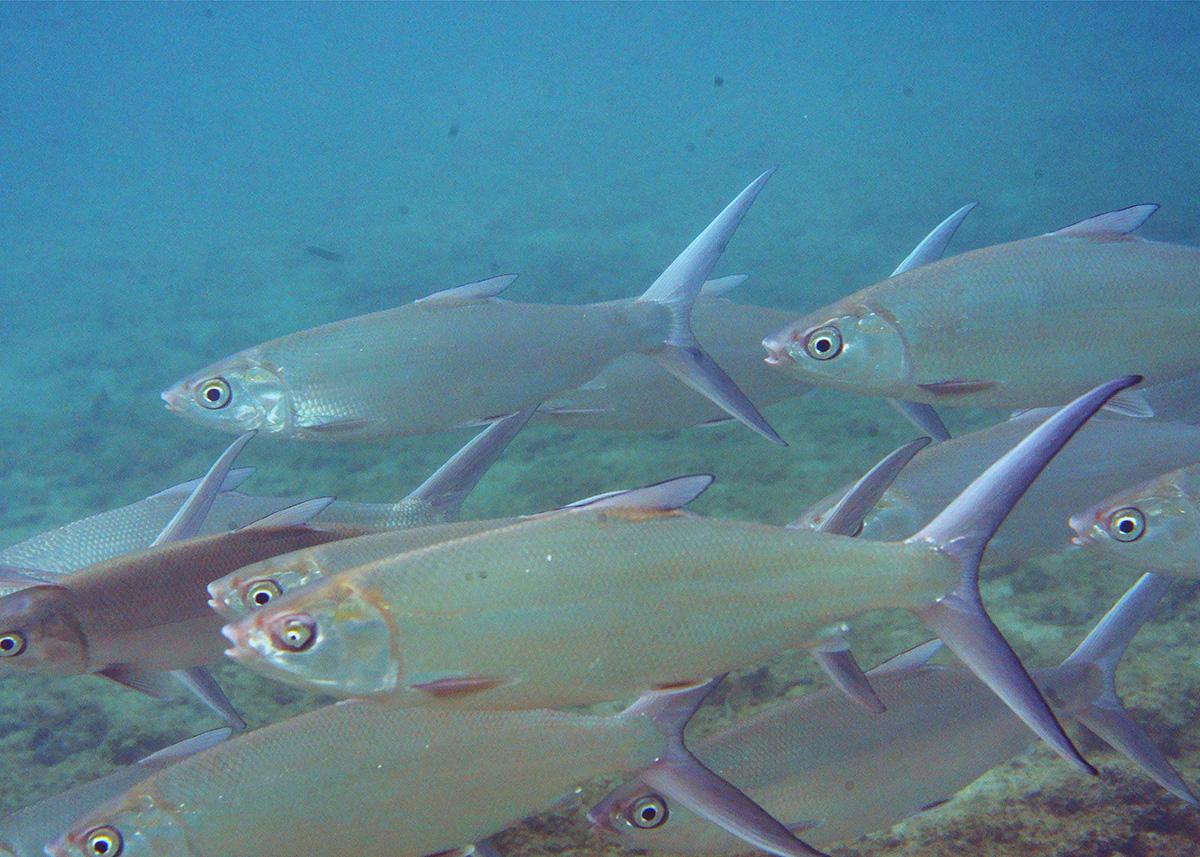
Banc de poissons-lait (Chanos chanos)

## Tuniciers(dontascidies)
Contrairement à leur apparence, le sous-embranchement des Tunicata (les tuniciers) regroupe les plus proches parents des vertébrés, comme le prouve la notochorde présente pendant le stade larvaire de ses membres. Le nom du groupe vient de leur « tunique » recouverte d’une cuticule que leur épiderme produit. Ce sous-embranchement comprend quatre classes, Appendicularia, Ascidiacea, Sorberacea et Thaliacea. Seuls les Ascidiacea peuvent être rencontrés dans les lagons, les membres des autres classes étant pélagiques ou profonds (cependant des individus peuvent éventuellement être amenés par la houle). Ce groupe, exclusivement marin, comprend plus de 3 000 espèces connues.
La classe des Ascidiacea (les ascidies, du grec « asco », qui signifie outre) regroupe des espèces exclusivement benthiques. Ce sont des filtreurs qui se nourrissent des particules nutritives présentes dans le flux d’eau aspiré par leur siphon inhalant et expulsé par leur siphon exhalant, ce qui les fait parfois ressembler à des éponges. Ce flux permet aussi les échanges gazeux. Les ascidies peuvent être solitaires, sociales ou coloniales. Les ascidies sociales sont des individus complets reliés vasculairement par un stolon basal. Chez les coloniales, les siphons exhalants sont fusionnés pour n’en former qu’un seul. La plupart des espèces est hermaphrodite, mais certaines peuvent se reproduire aussi par bourgeonnement . On peut les trouver à toutes les profondeurs.
La majorité des ascidies se prête très difficilement à l’identification sur photo.

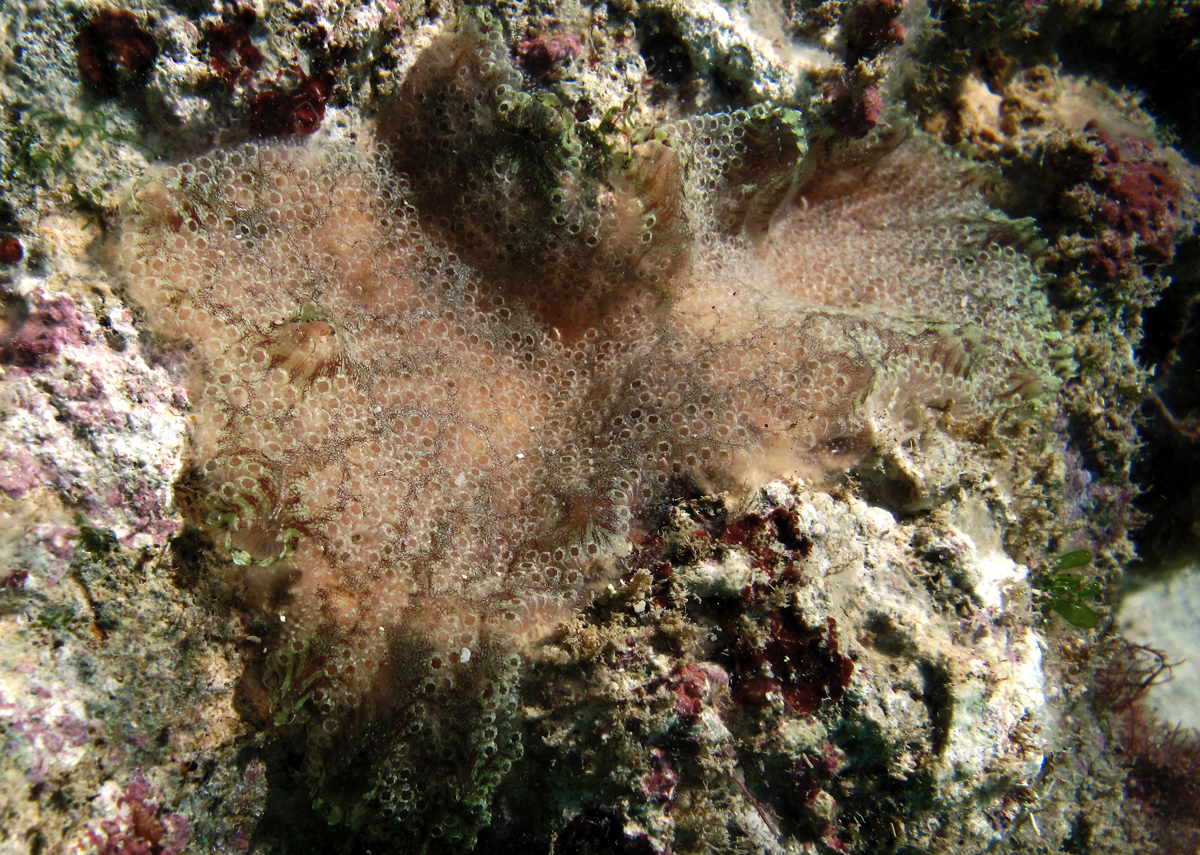
Aplidium sp.?
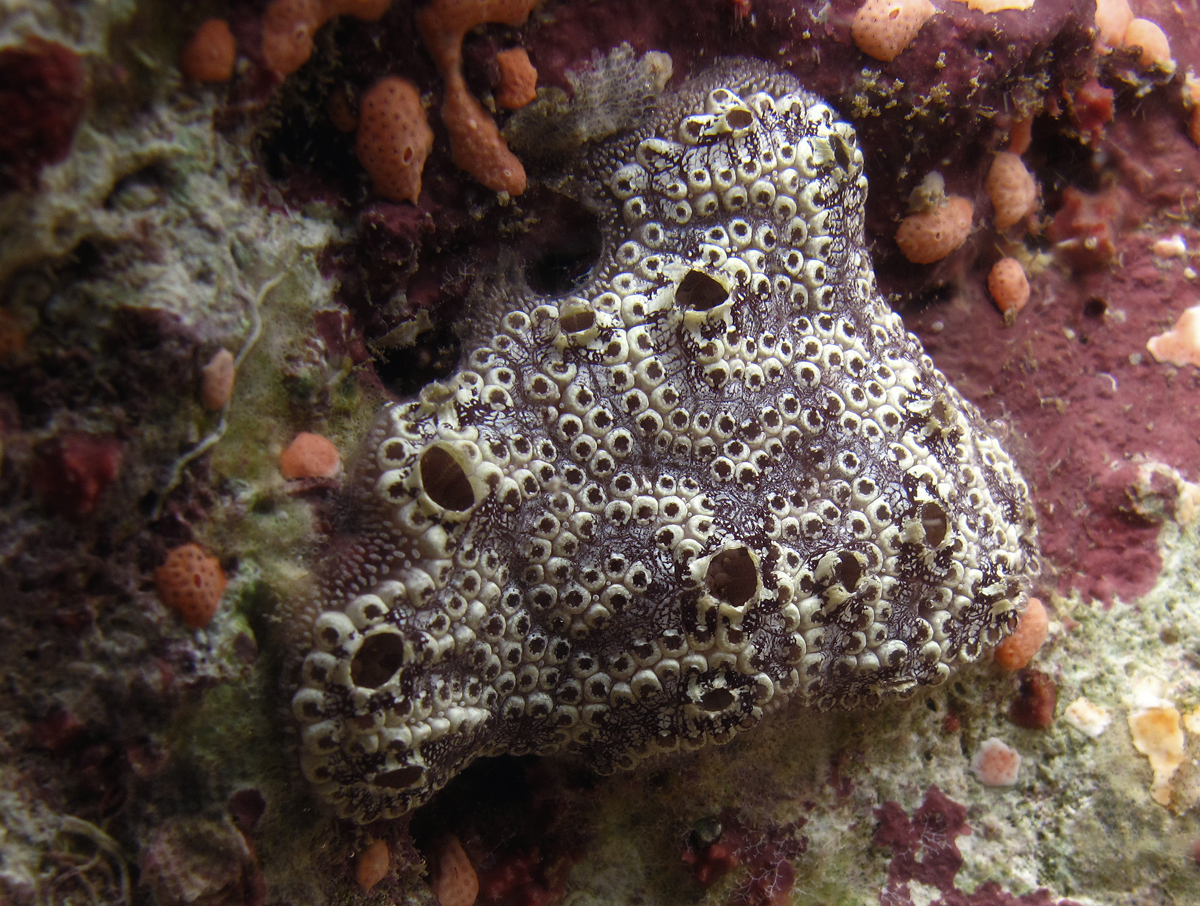
Botryllus sp.?
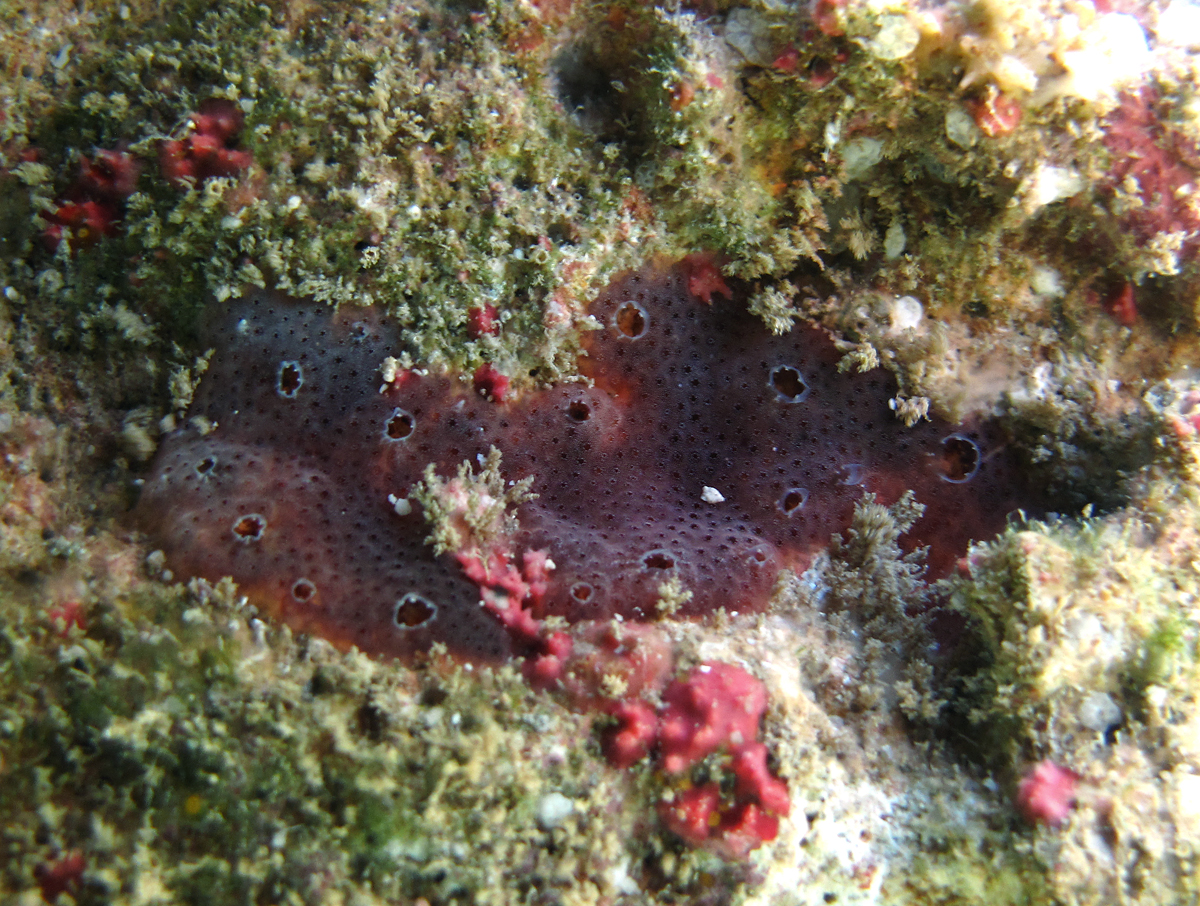
Botryllus sp.?
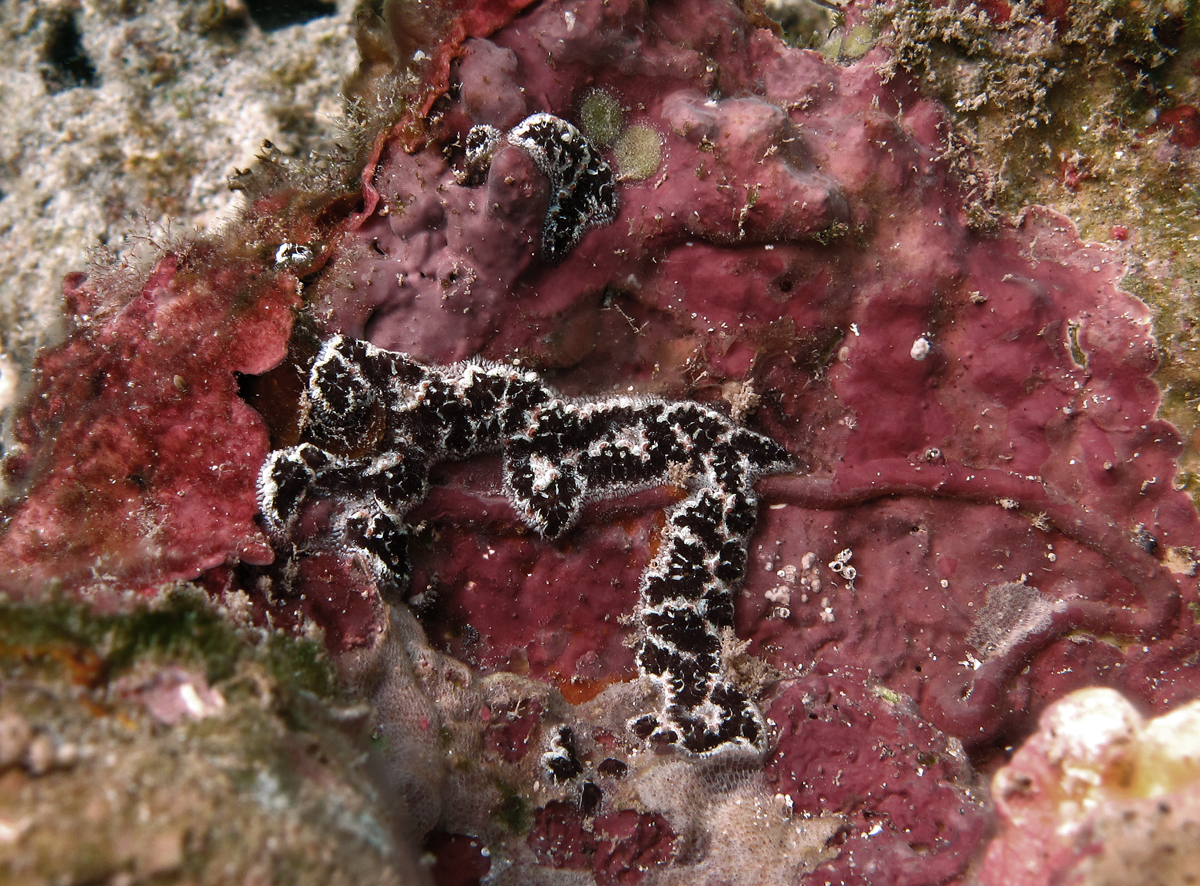
Botryllus sp.?
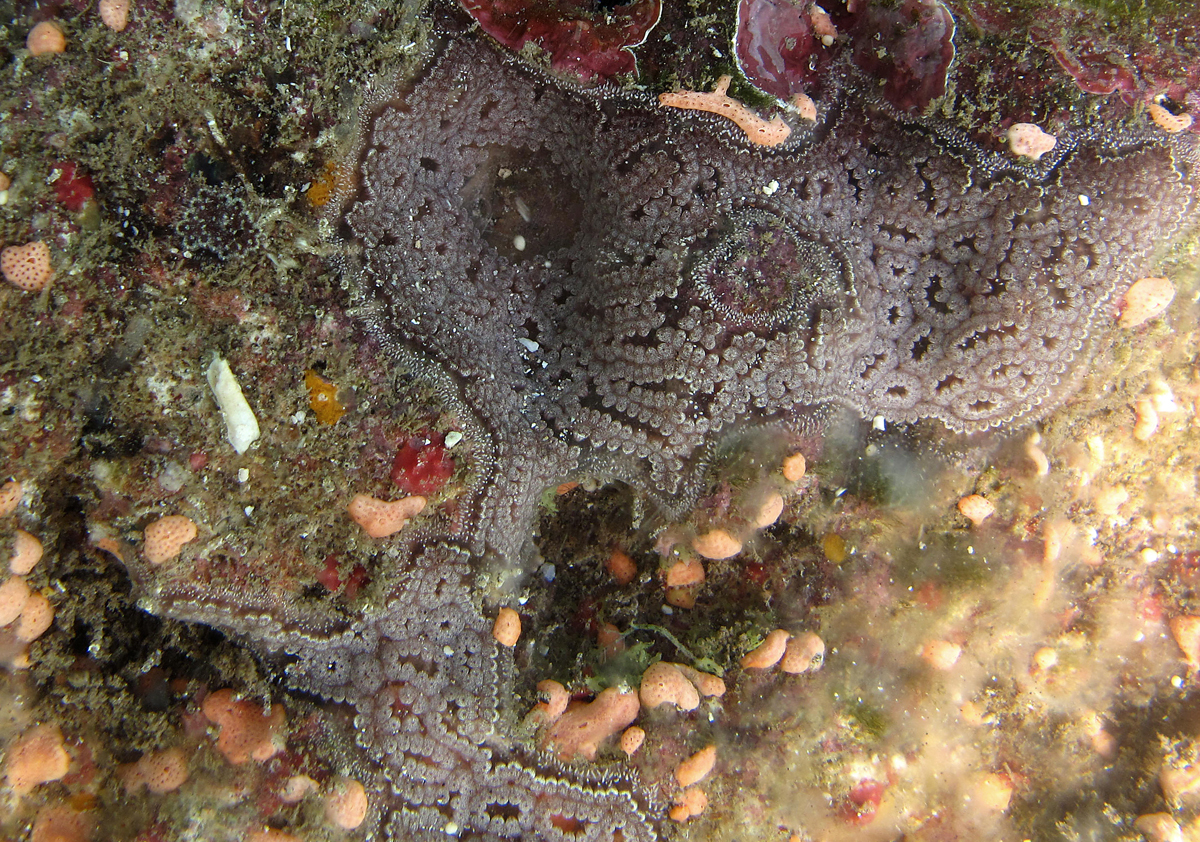
Botryllus sp.?
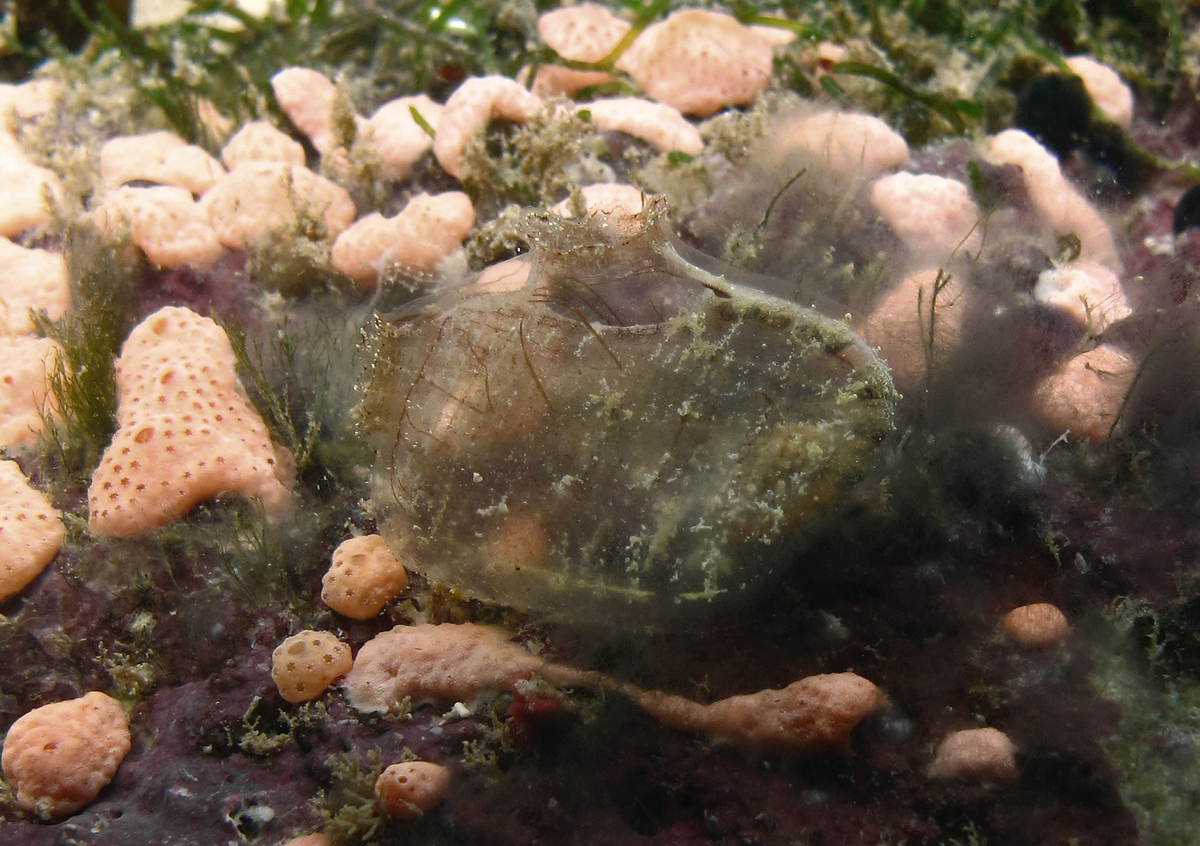
Corella sp. aff. parallelogramma?
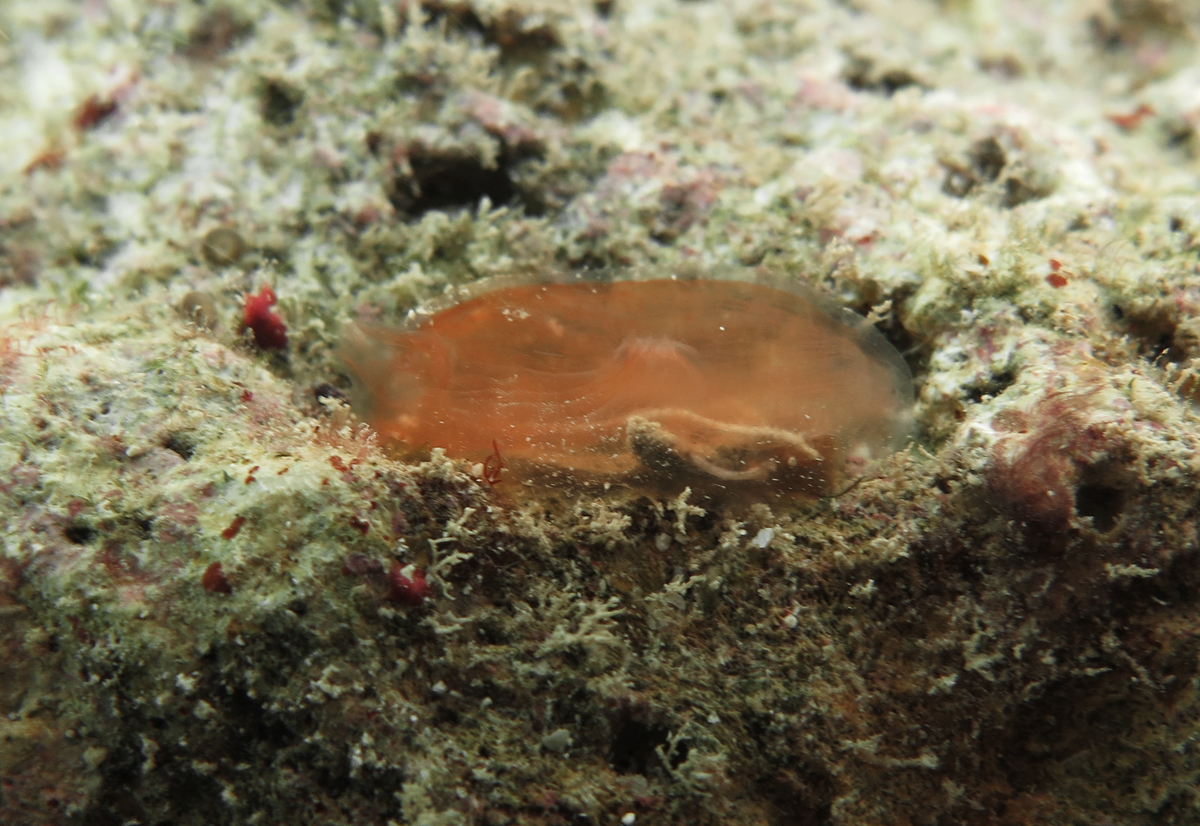
Une ascidie de la famille des Corellidae (peut-être Corella eumyota)
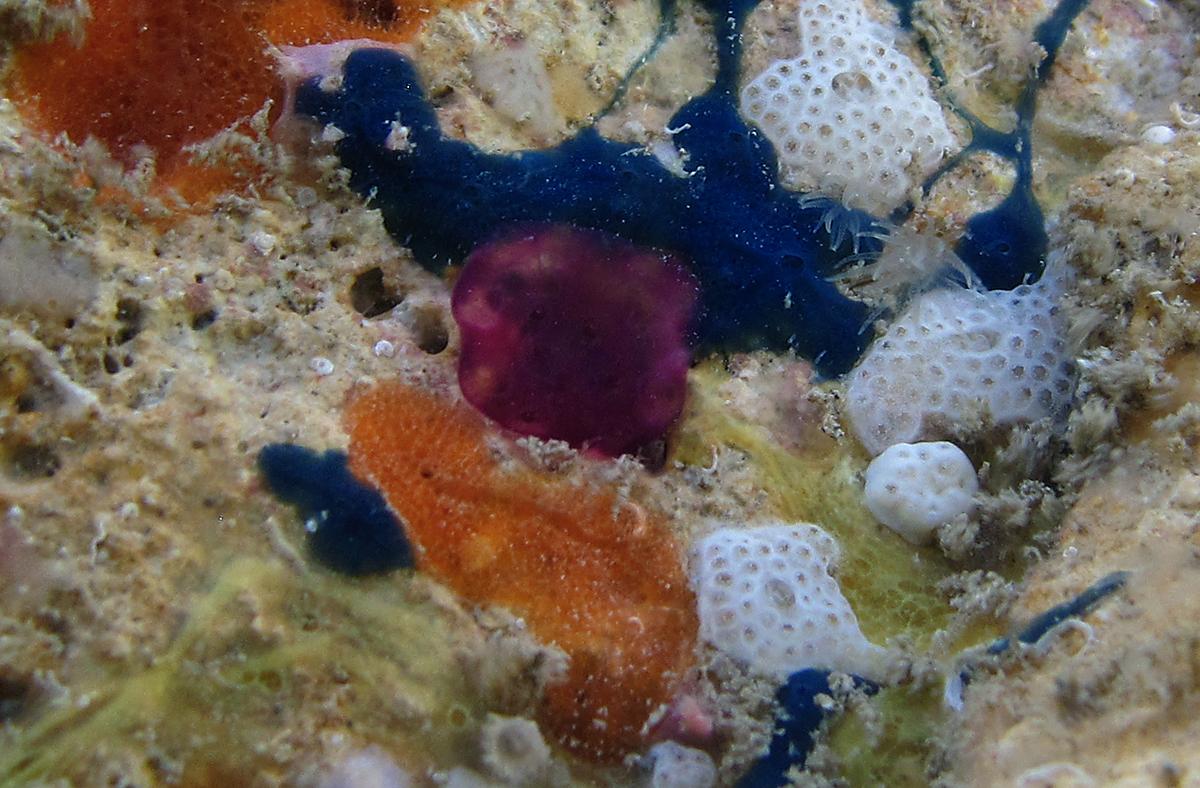
Cystodytes sp.? (en violet)
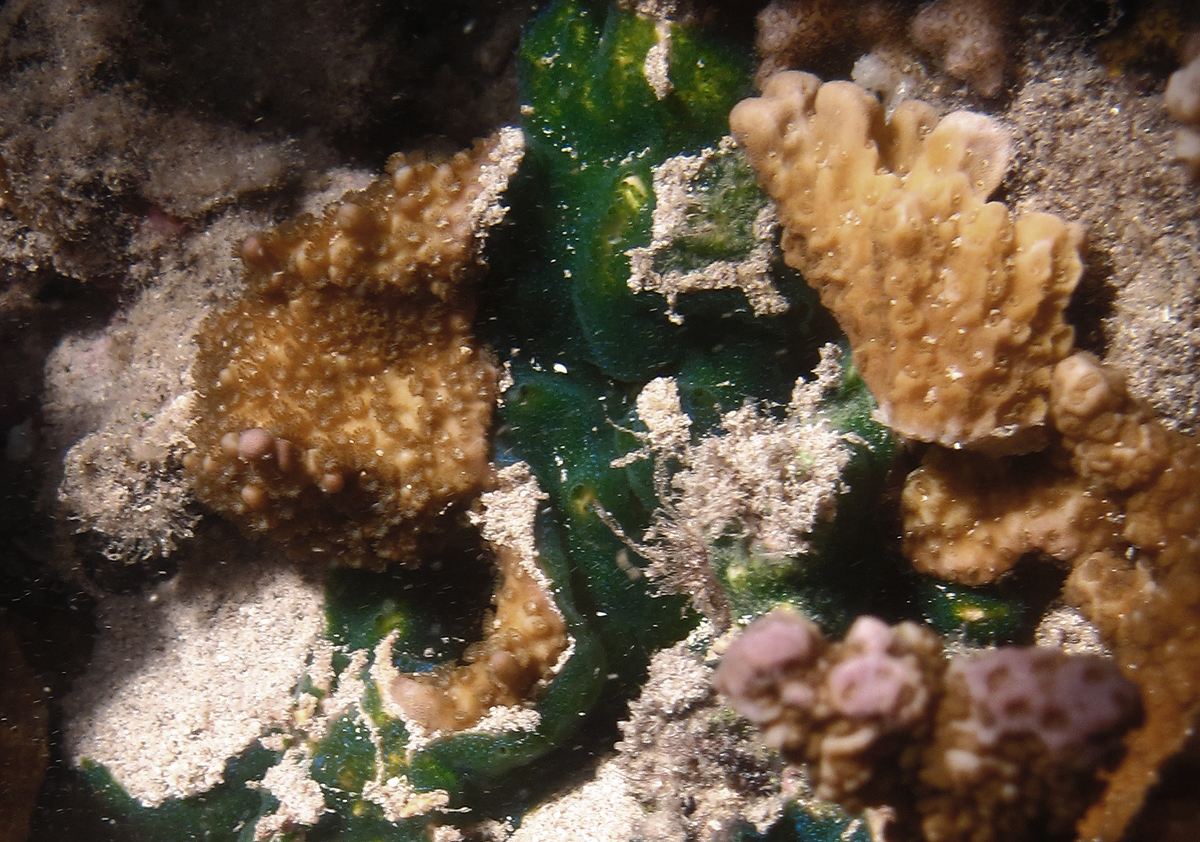
Diplosoma simile
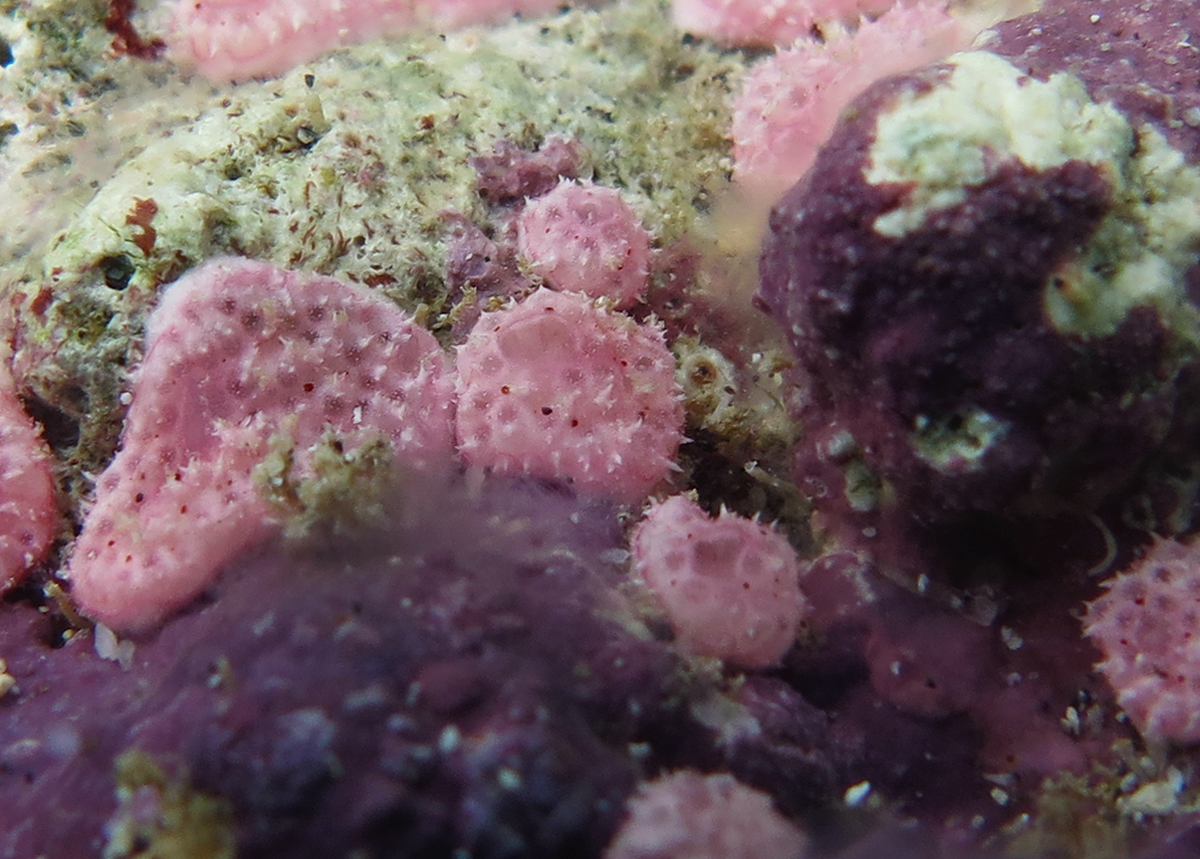
Didemnum cuculiferum
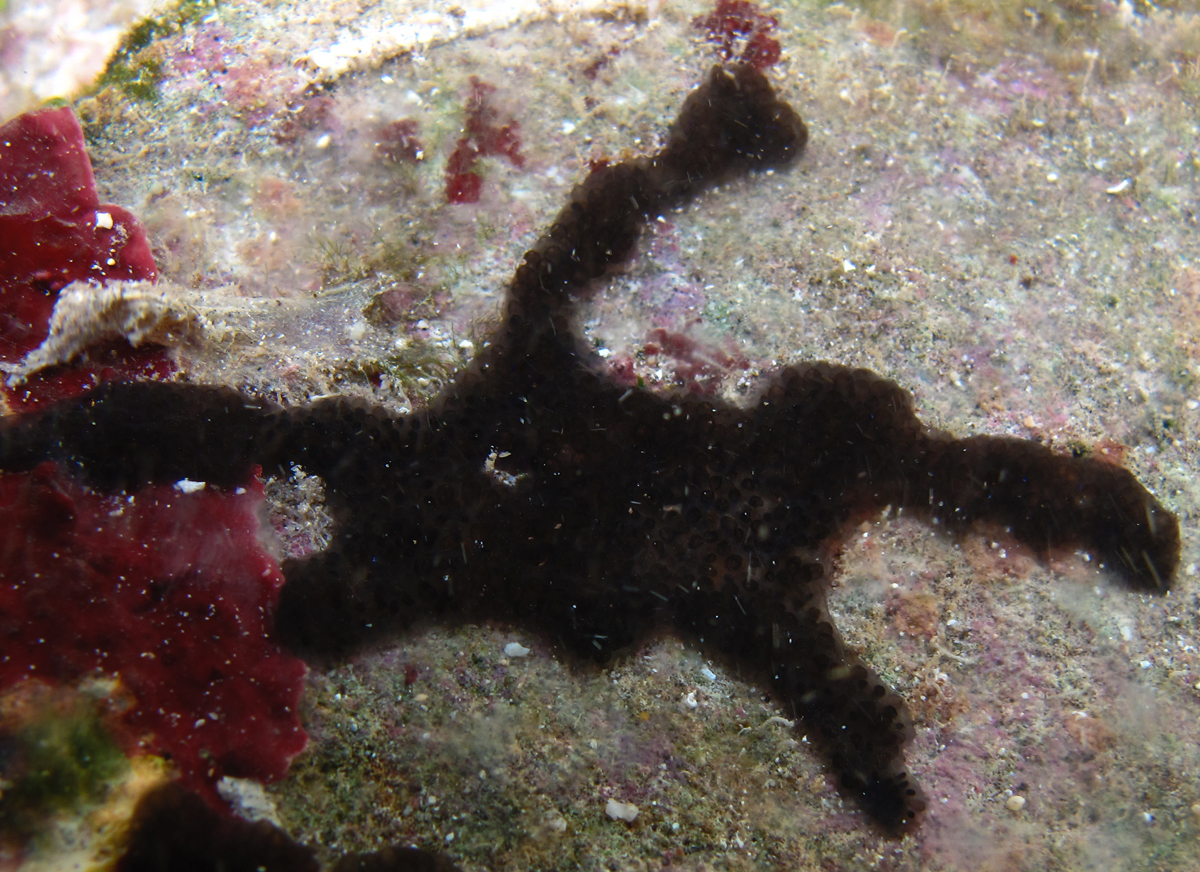
Didemnum nocturnum
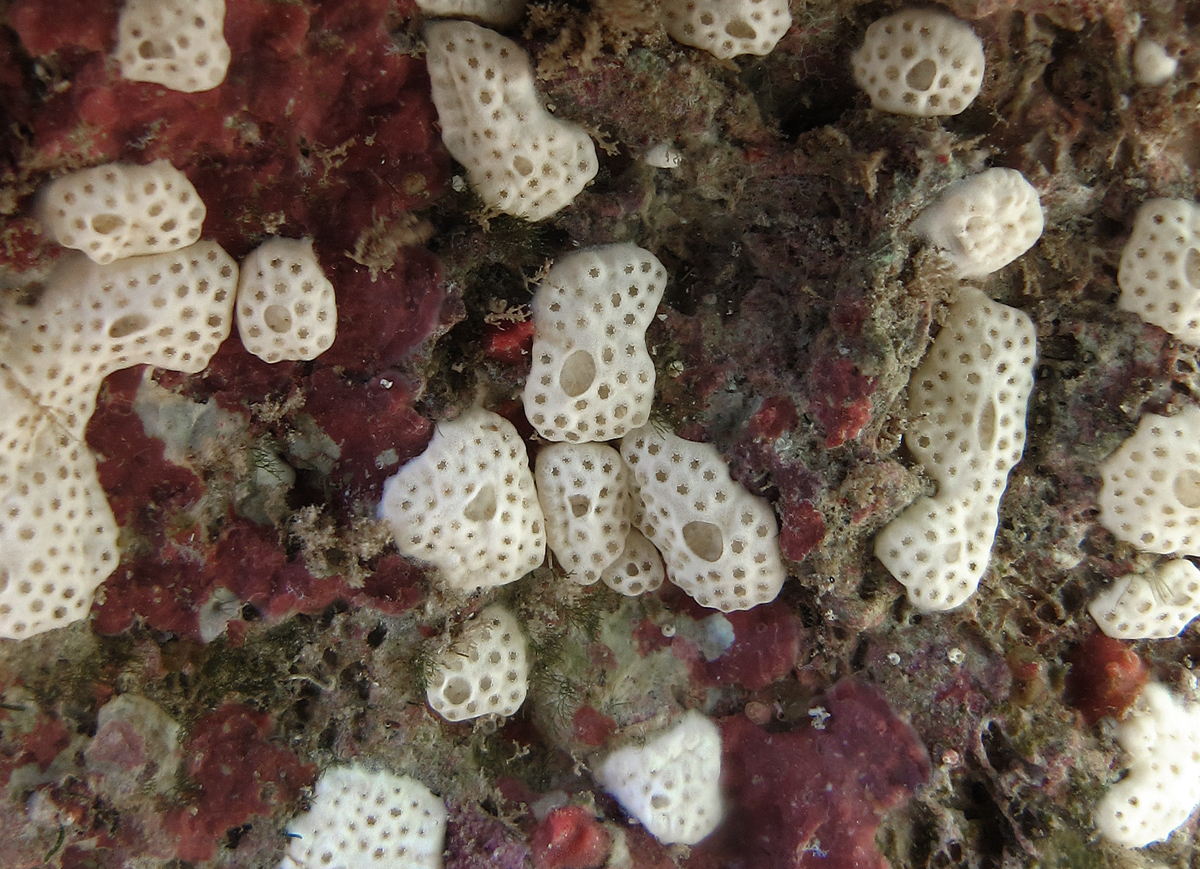
Didemnum cf. conchyliatum
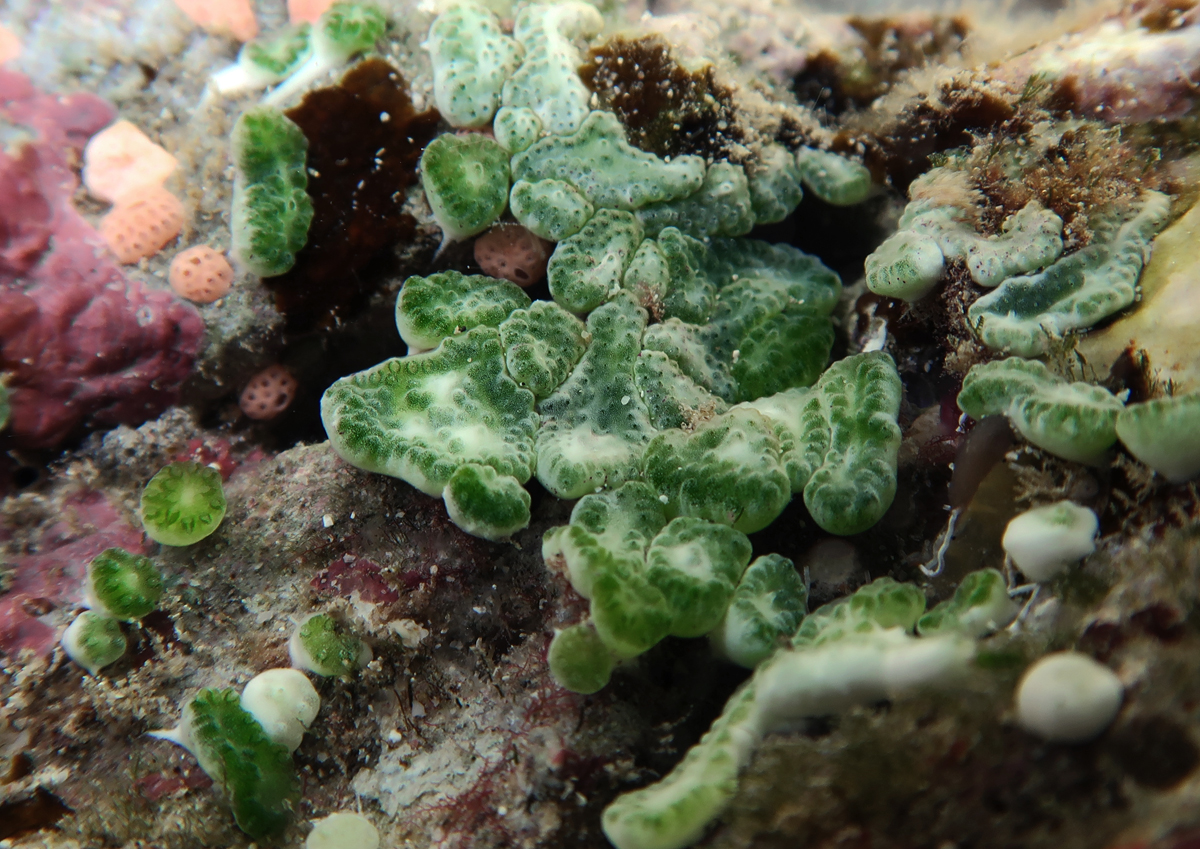
Trididemnum cyclops
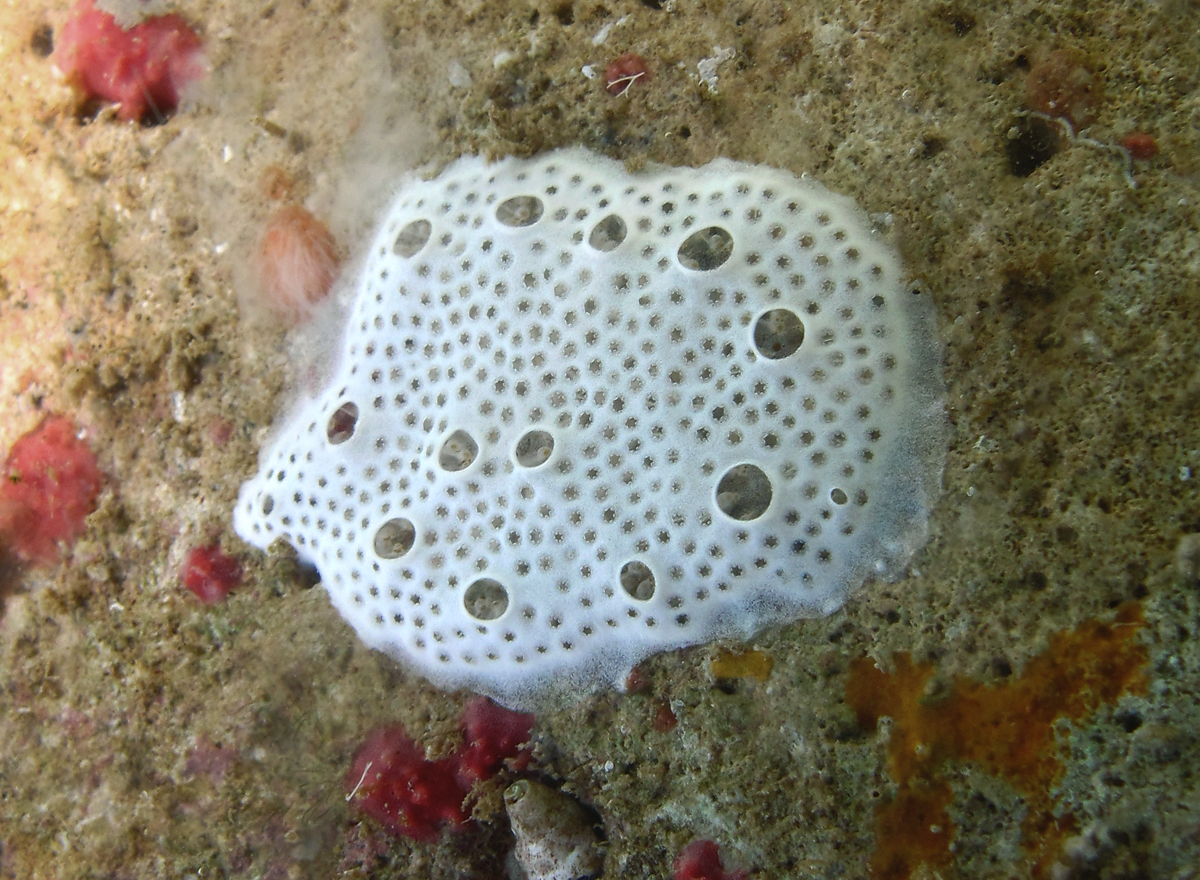
Lissoclinum sp. aff. perforatum
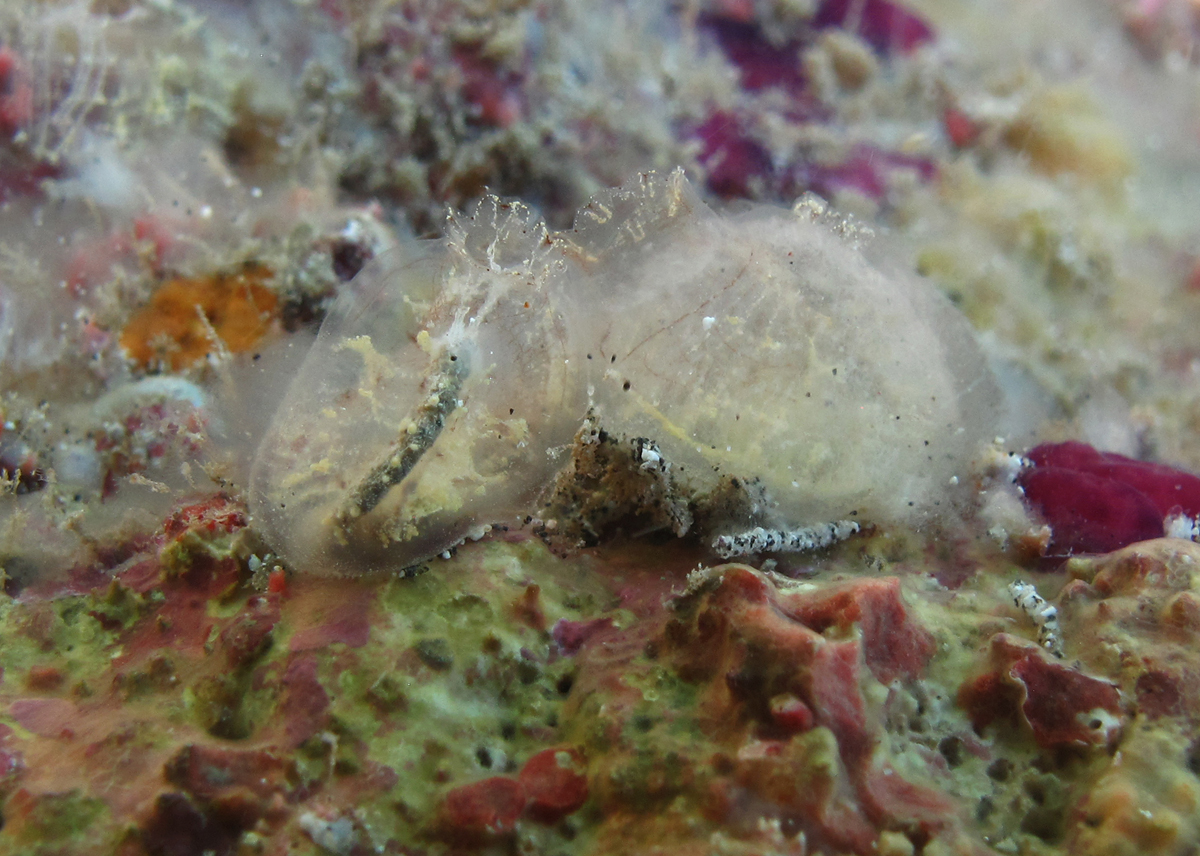
Perophora sp. possible
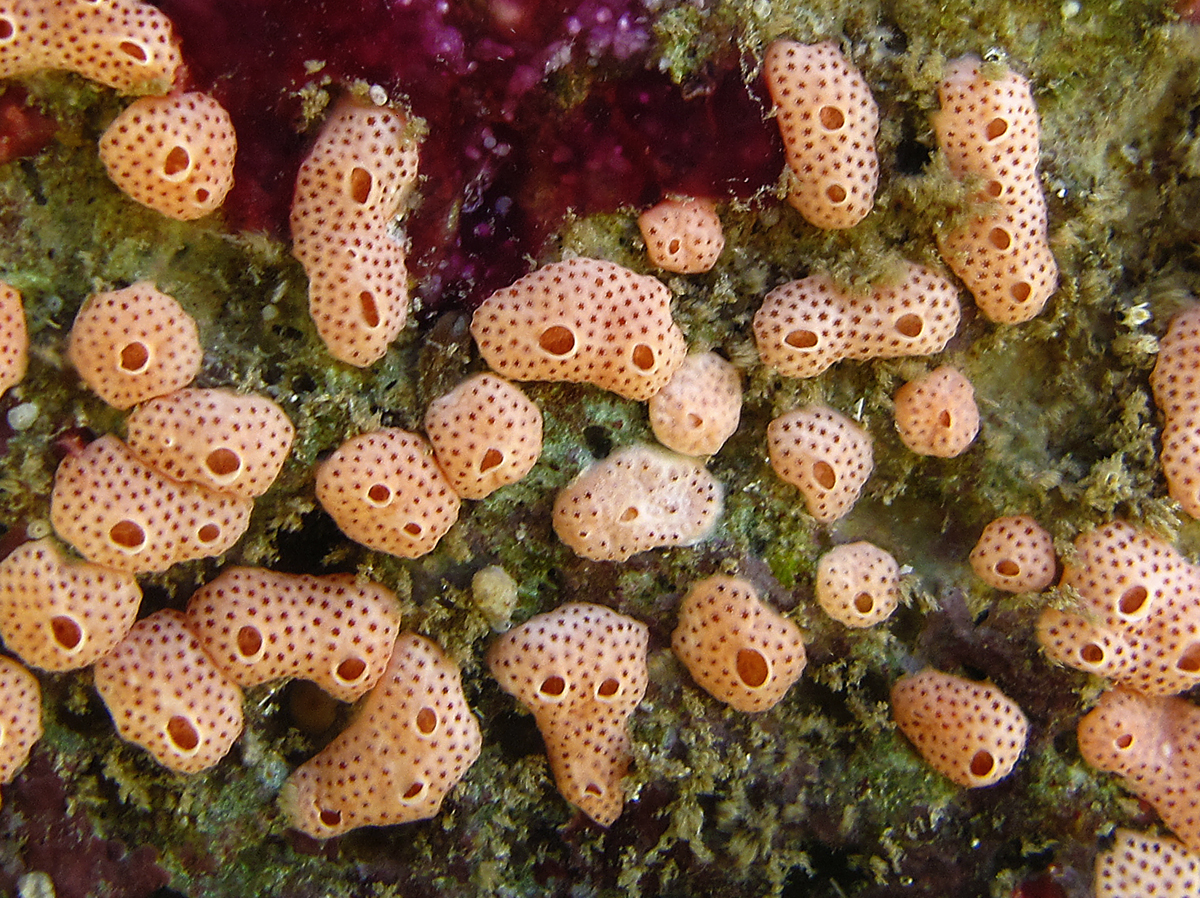
Une ascidie de la famille des Didemnidae?
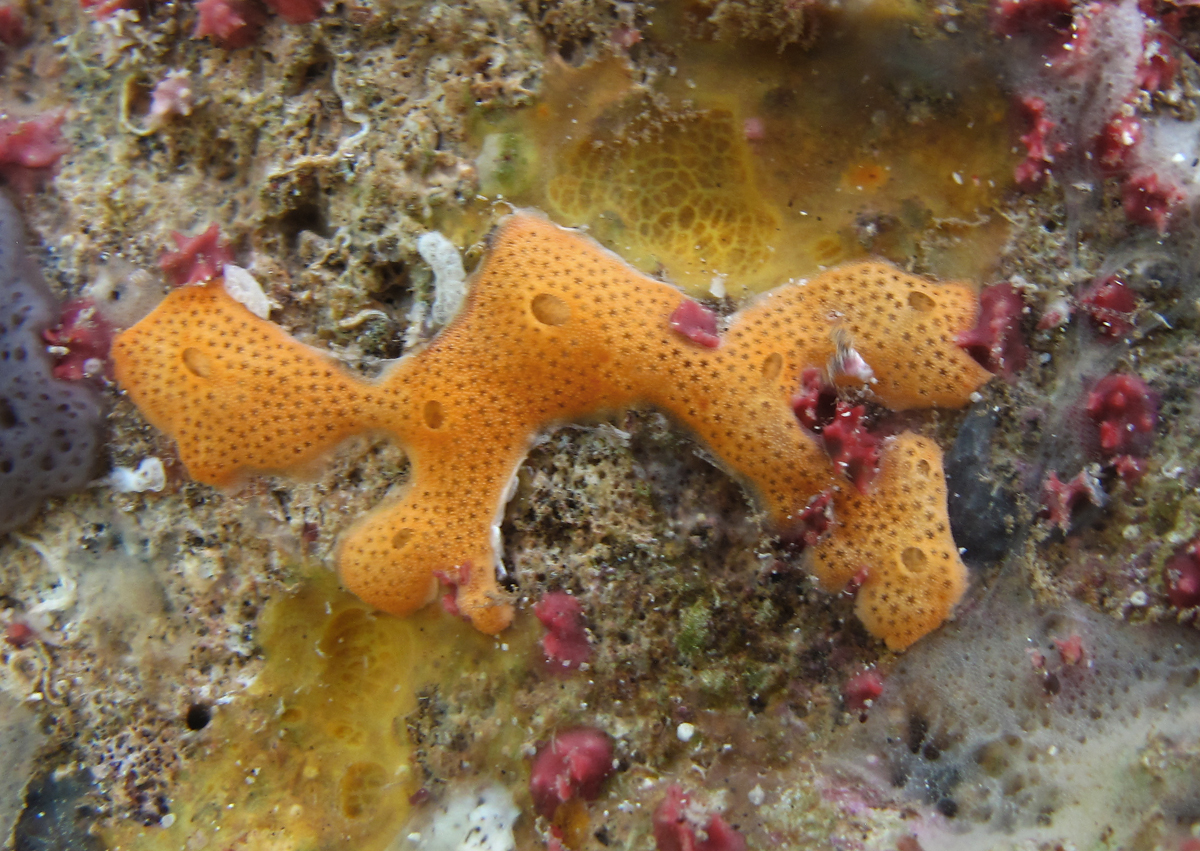
Des ascidies de la famille des Didemnidae?
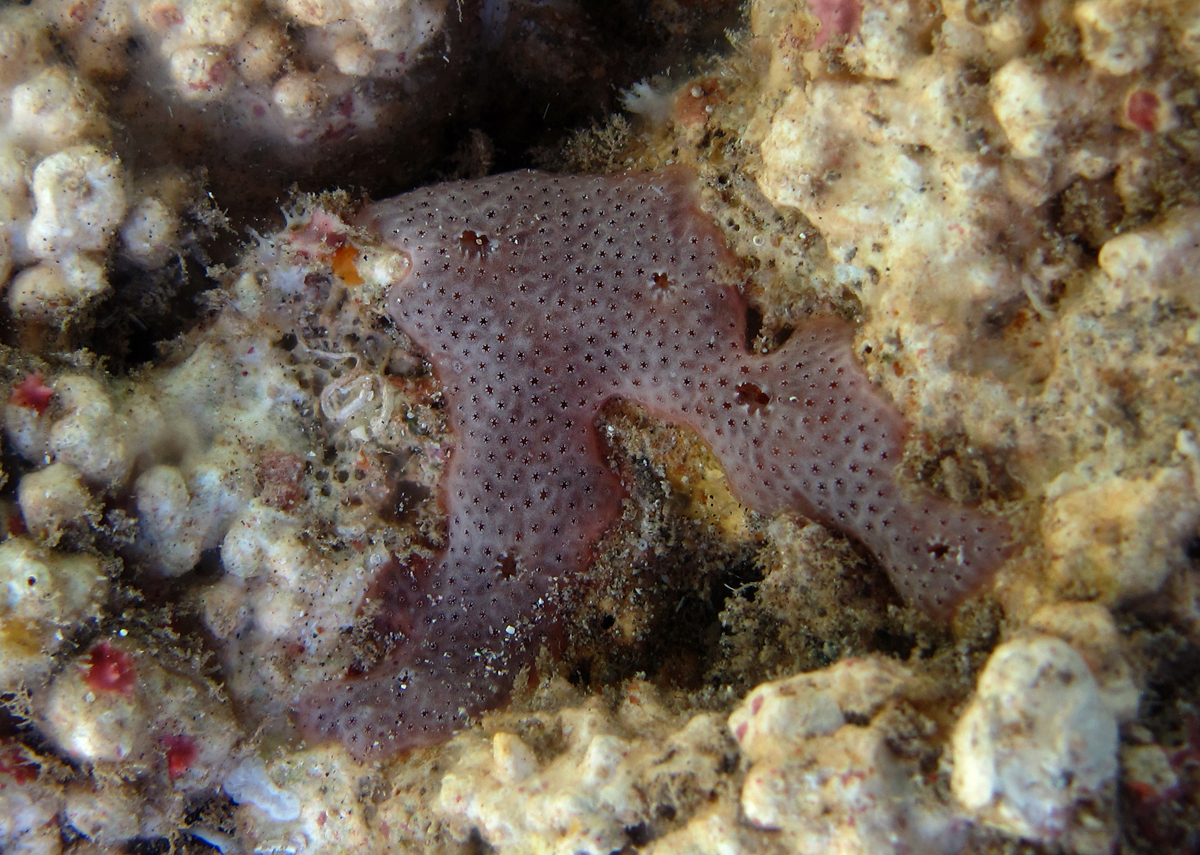
Des ascidies de la famille des Didemnidae?
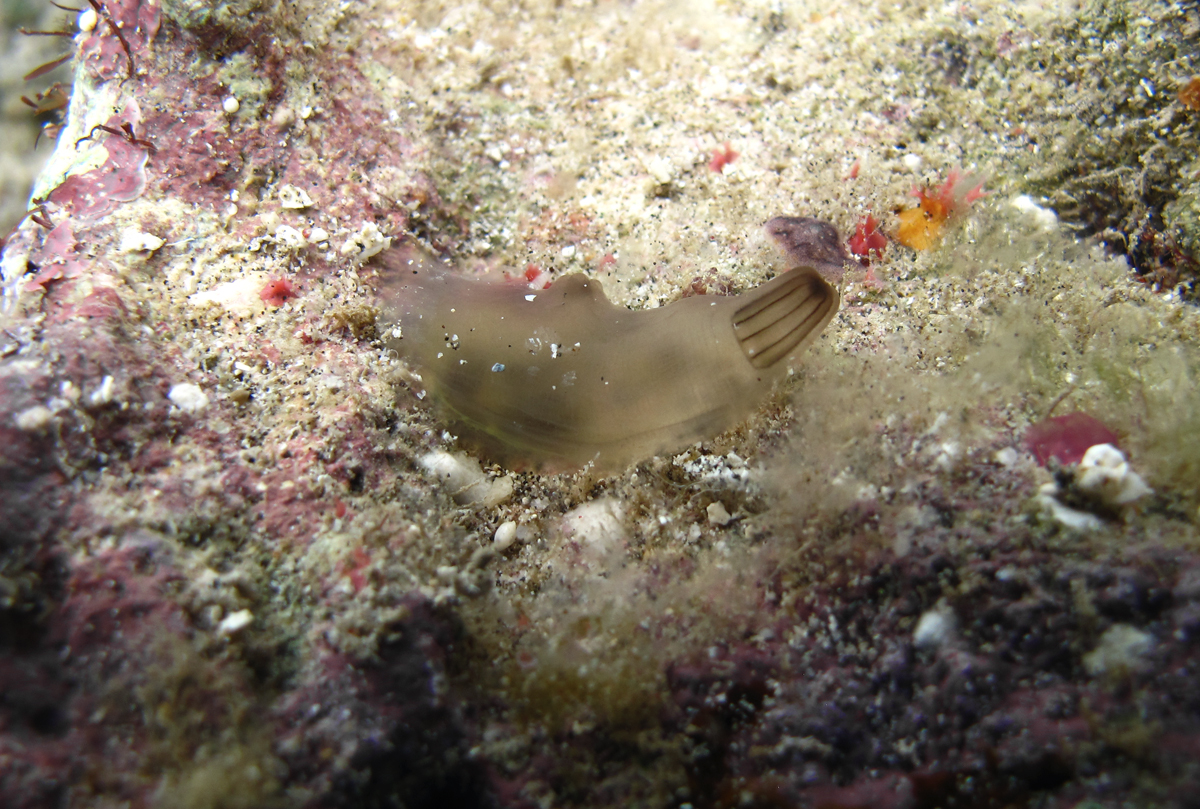
Une ascidie solitaire non identifiée
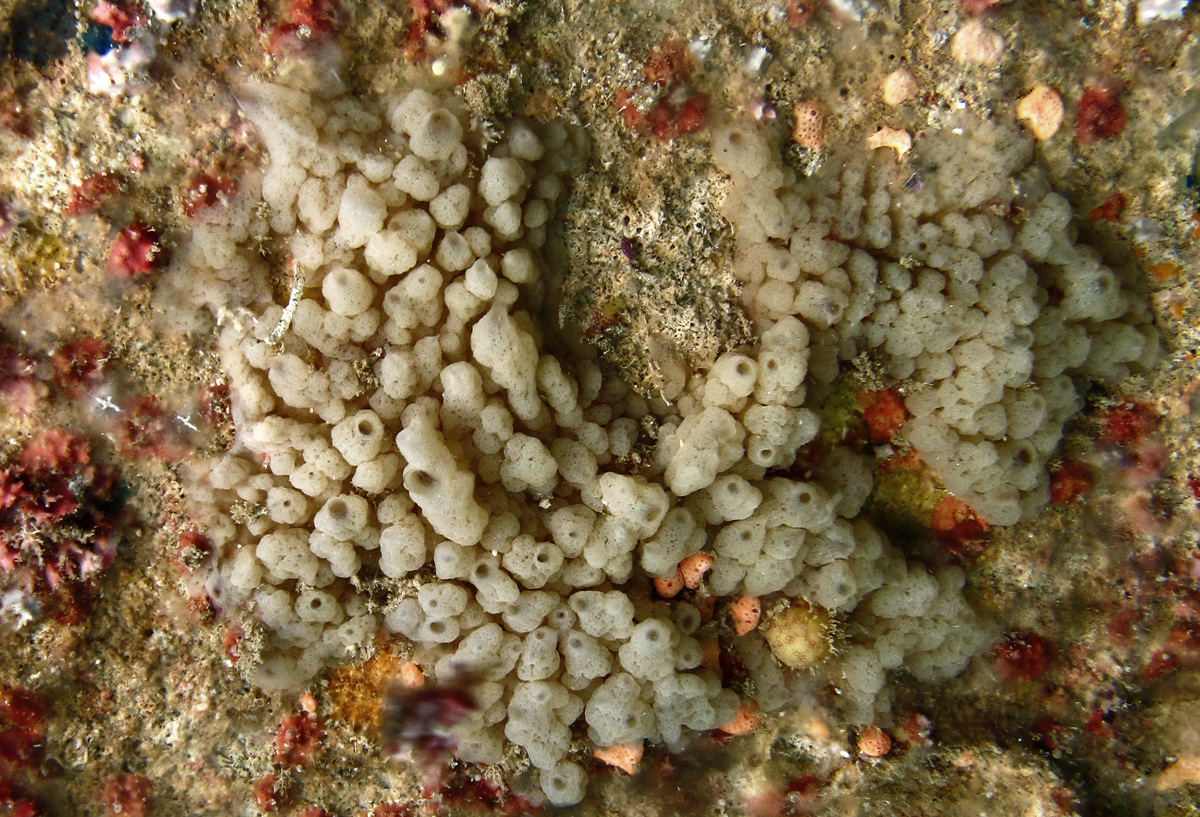
Des ascidies non identifiées
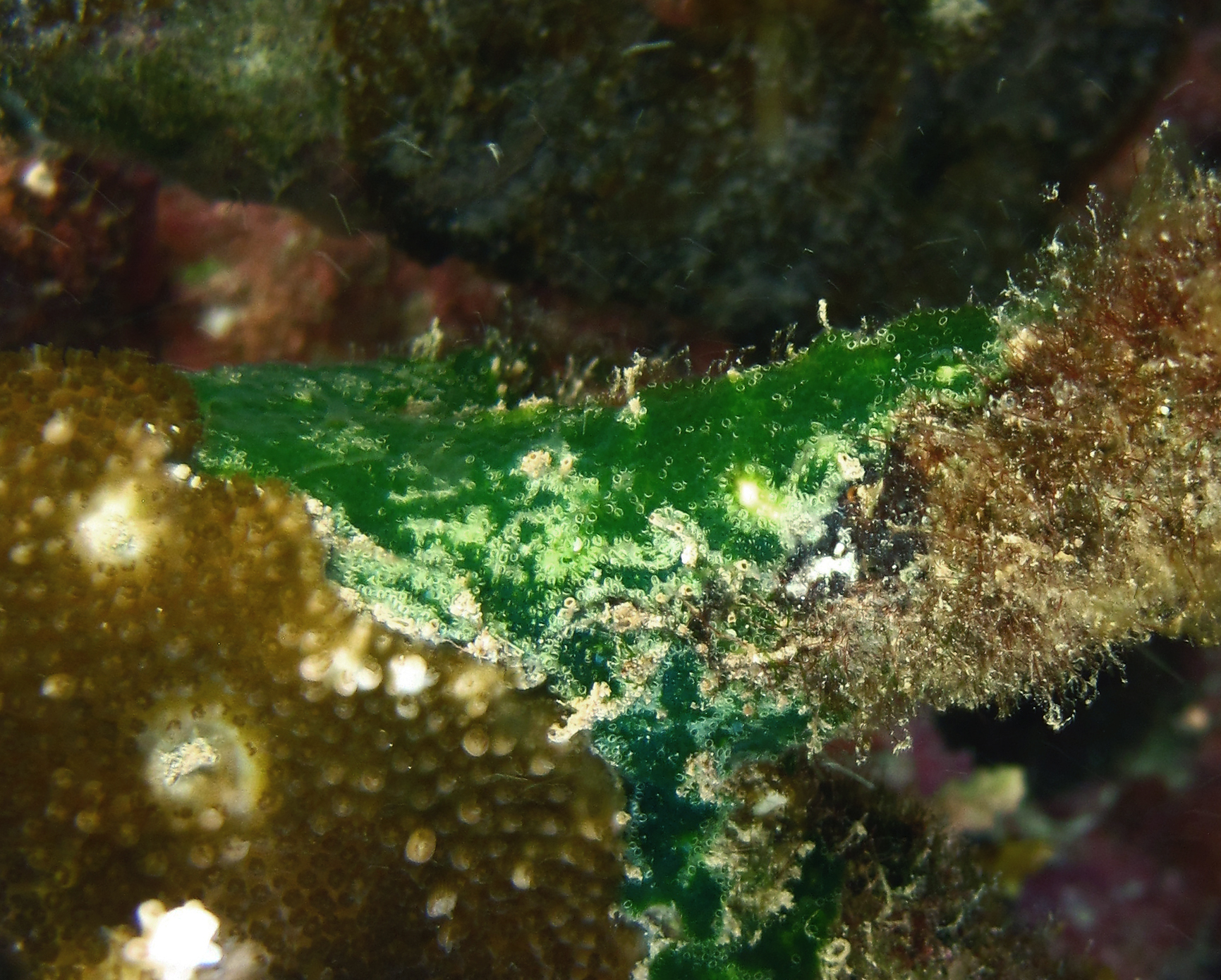
Des ascidies non identifiées
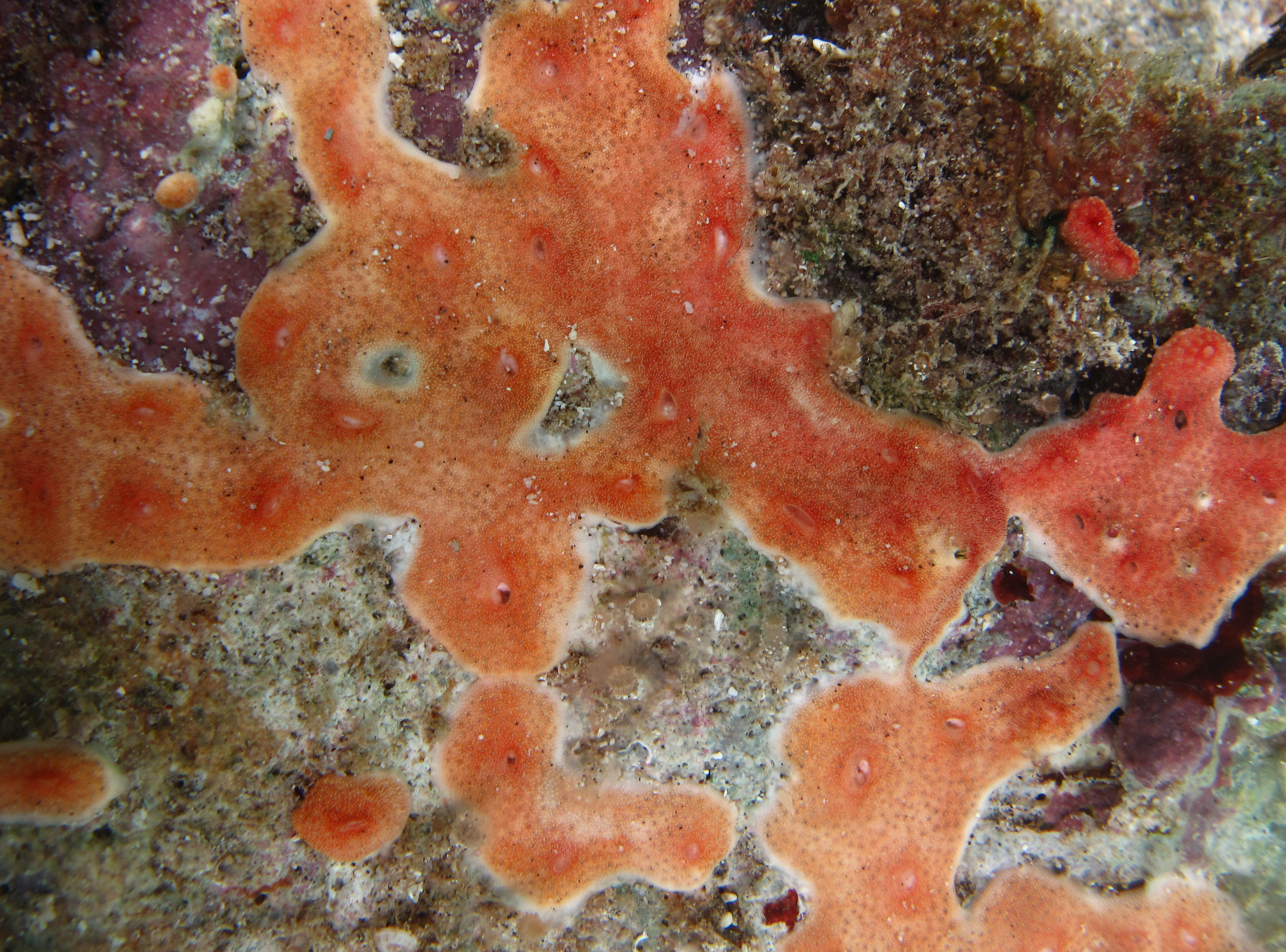
Des ascidies non identifiées
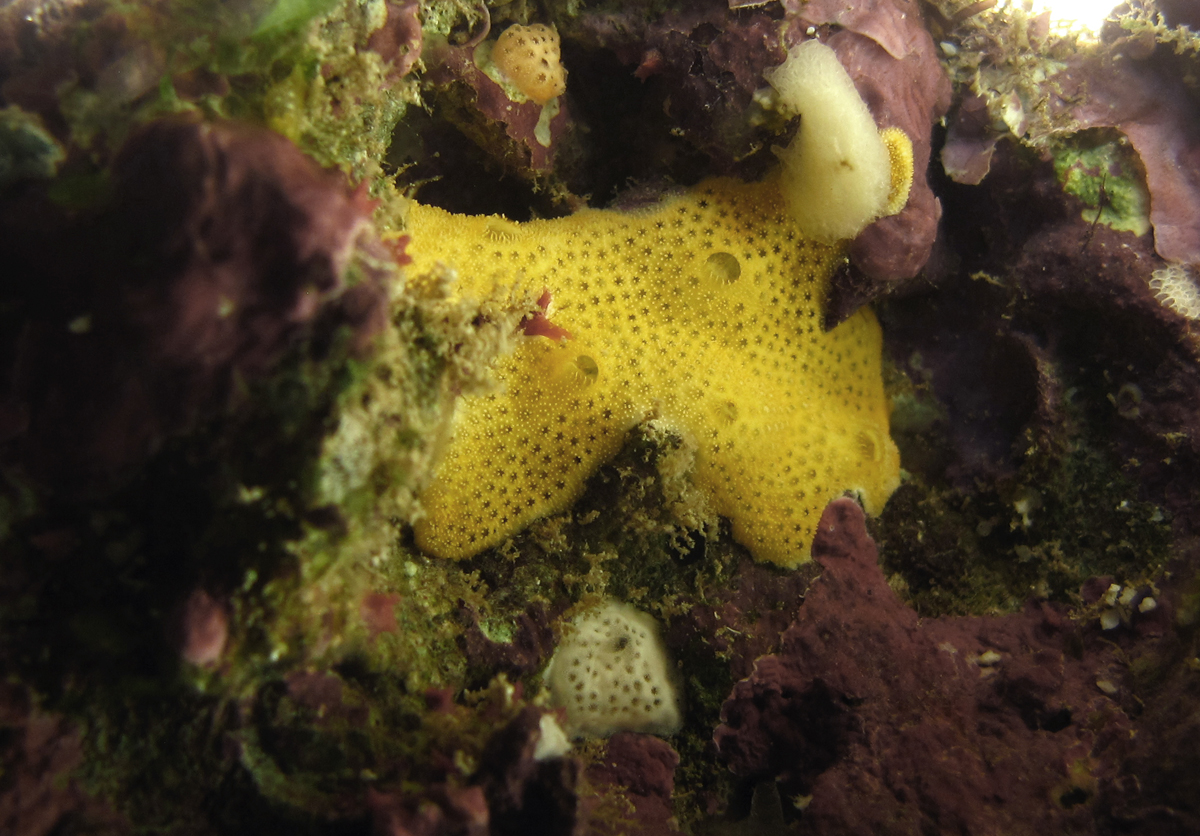
Des ascidies non identifiées
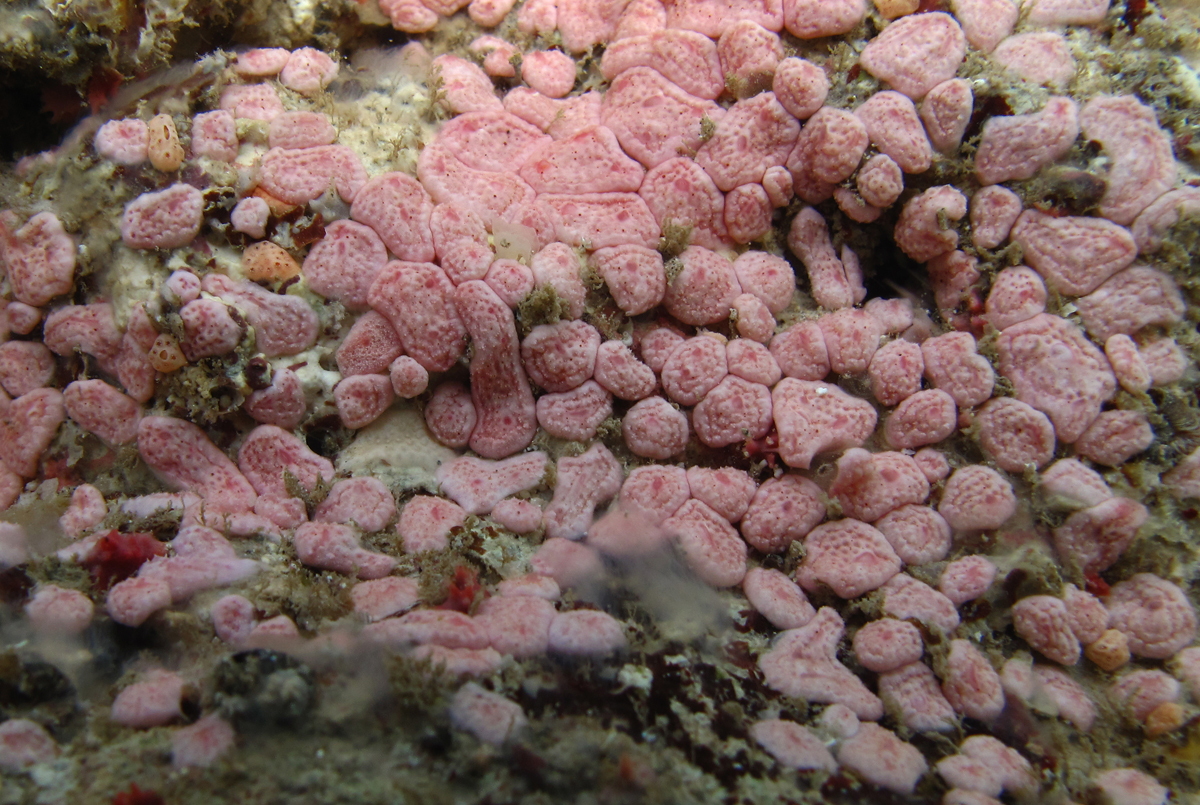
Des ascidies non identifiées
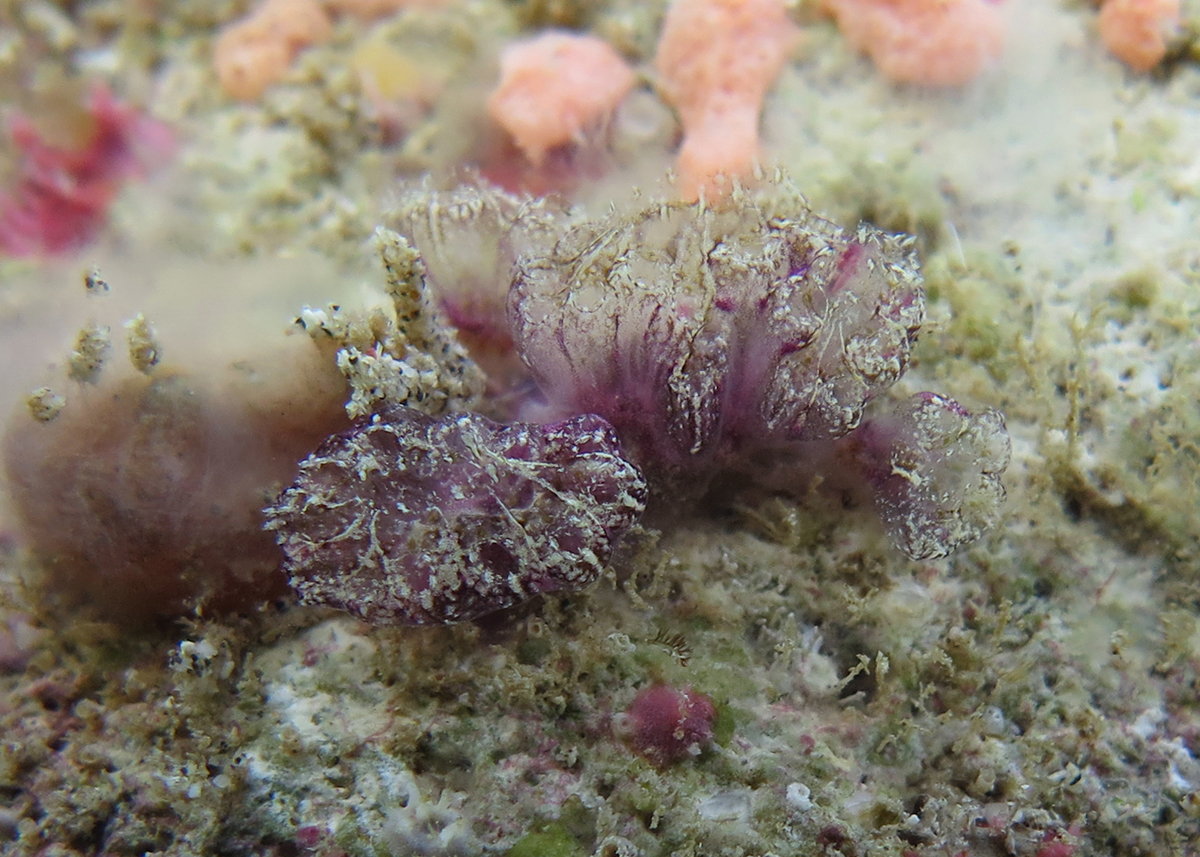
Des ascidies non identifiées
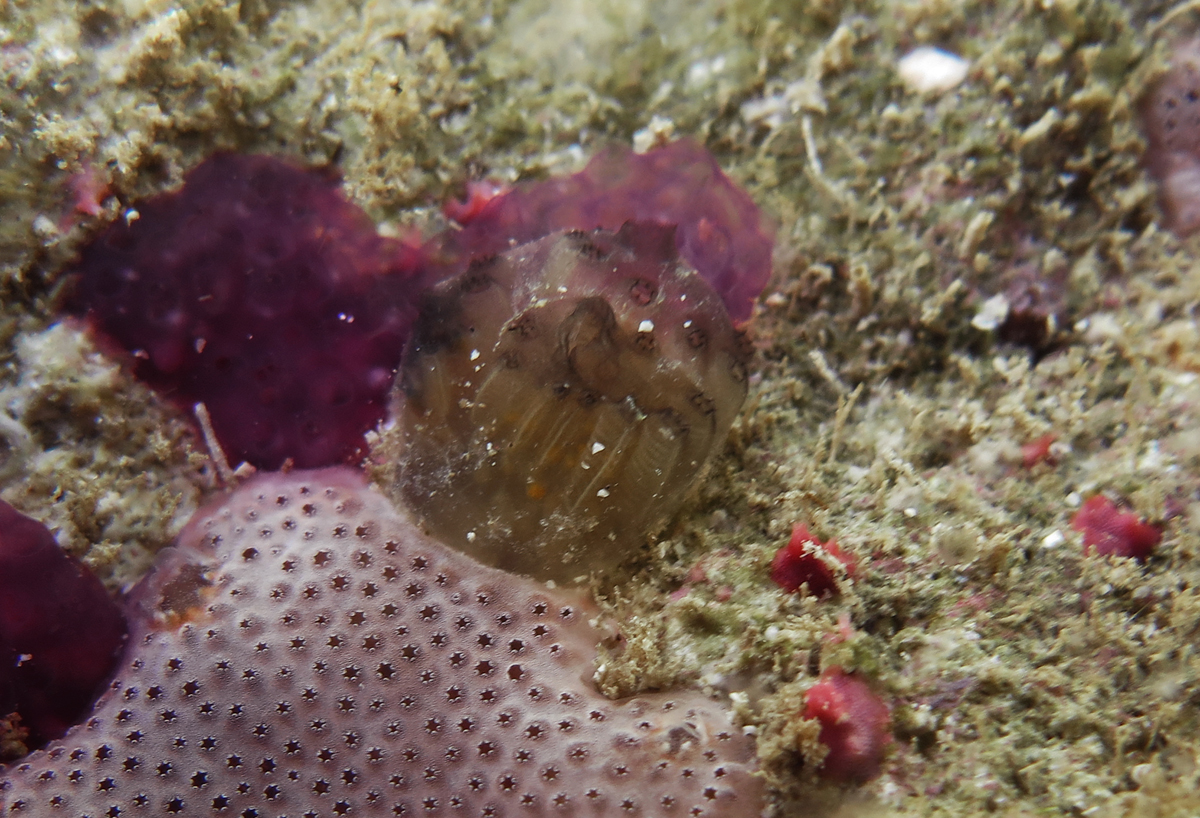
Des ascidies non identifiées

## Échinodermes
Les échinodermes comprennent les étoiles de mer, holothuries, oursins, ophiures et crinoïdes : ces animaux sont généralement caractérisés par le fait que leur corps est structuré en une symétrie centrale (au lieu de bilatérale chez la plupart des animaux), généralement d'ordre 5 (« pentaradiale »), visible chez les étoiles de mer, les oursins et les ophiures, et plus discrète chez les holothuries et les crinoïdes.
À l'exception notable du groupe des crinoïdes (absents du lagon et peu représentés sur la pente externe), ces animaux sont très présents dans toutes les zones du lagon. Les holothuries, notamment le cordon mauresque (Synapta maculata) et l'holothurie noire (Holothuria leucospilota), sont les grands nettoyeurs du récif. Ils se nourrissent principalement de la matière organique en décomposition présente dans le substrat, et permettent ainsi de limiter la prolifération des bactéries et de constituer un sédiment épuré et homogène. Le cordon mauresque, de par son allure de serpent, peut parfois effrayer les baigneurs, mais cet animal est inoffensif et ses mouvements sont d'une lenteur extrême. 
En revanche, l'étoile Acanthaster mauritiensis et l'oursin Toxopneustes pileolus sont très venimeux (mais eux aussi lents et non agressifs).

### Étoiles de mer
La classe des Asteroidea (les étoiles de mer) comprend environ 1 800 espèces réparties dans tous les océans. On peut en trouver à toutes les profondeurs, de la zone de balancement des marées à −6 000 mètres de fond. Elles peuvent avoir cinq bras ou davantage, et jusqu’à plus de vingt pour Acanthaster planci. Chez certaines (les « étoiles-coussins »), les bras sont à peine suggérés. Toutes ont un disque central portant en partie supérieure (face « aborale ») l’anus et le madréporite, et sur la face inférieure (face « orale ») une bouche dépourvue de dents mais par laquelle certaines astérides peuvent « dévaginer » leur estomac pour le projeter sur la proie et commencer ainsi à la digérer de façon externe. L'étoile Acanthaster mauritiensis (proche congénère d'Acanthaster planci) se nourrit de corail et est recouverte de piquants venimeux, dont la piqûre provoque douleurs cuisantes, érythème et œdème.
En 2016, 50 espèces d'étoiles de mer étaient recensées à La Réunion.

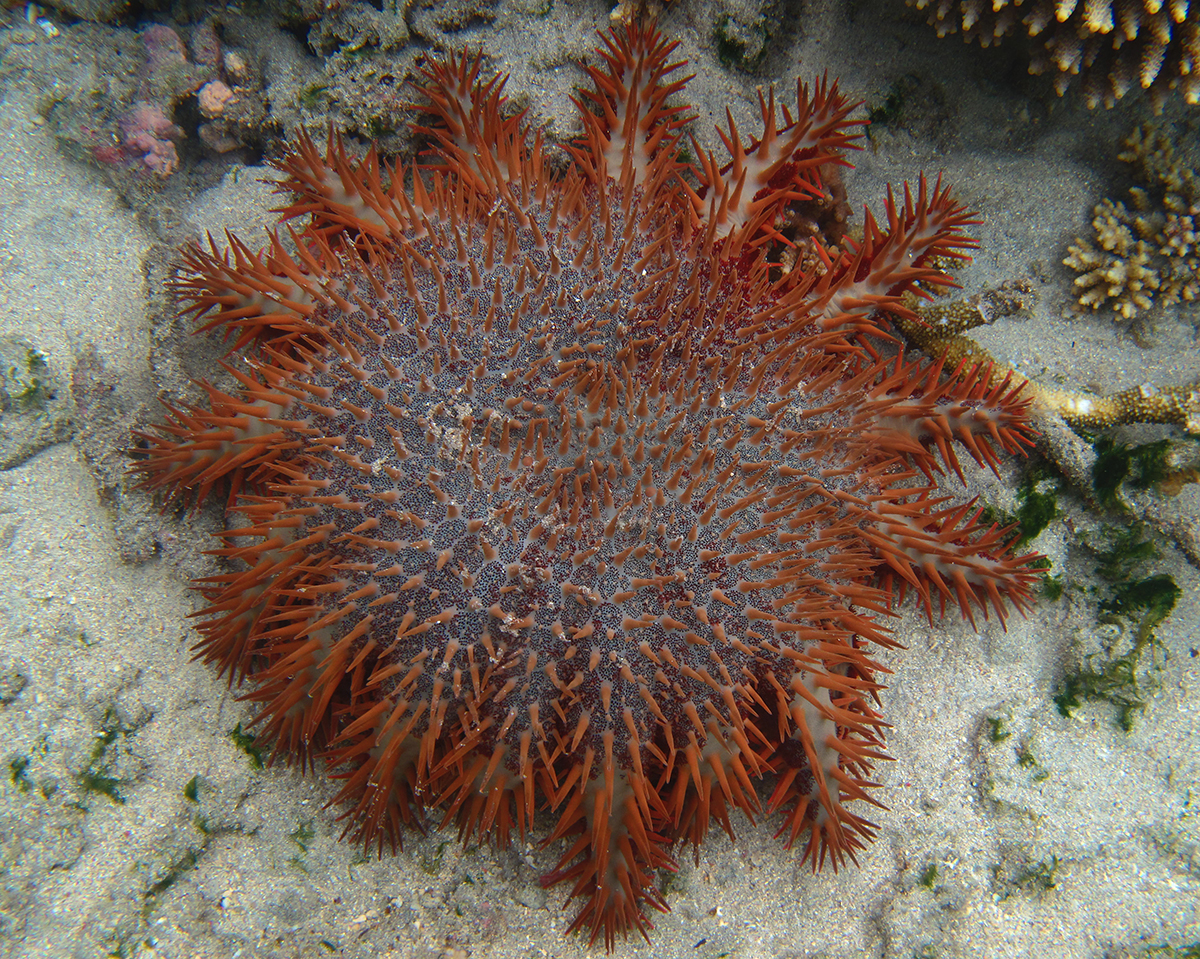
Étoile de mer « Couronne d'épines » (Acanthaster mauritiensis)[97].
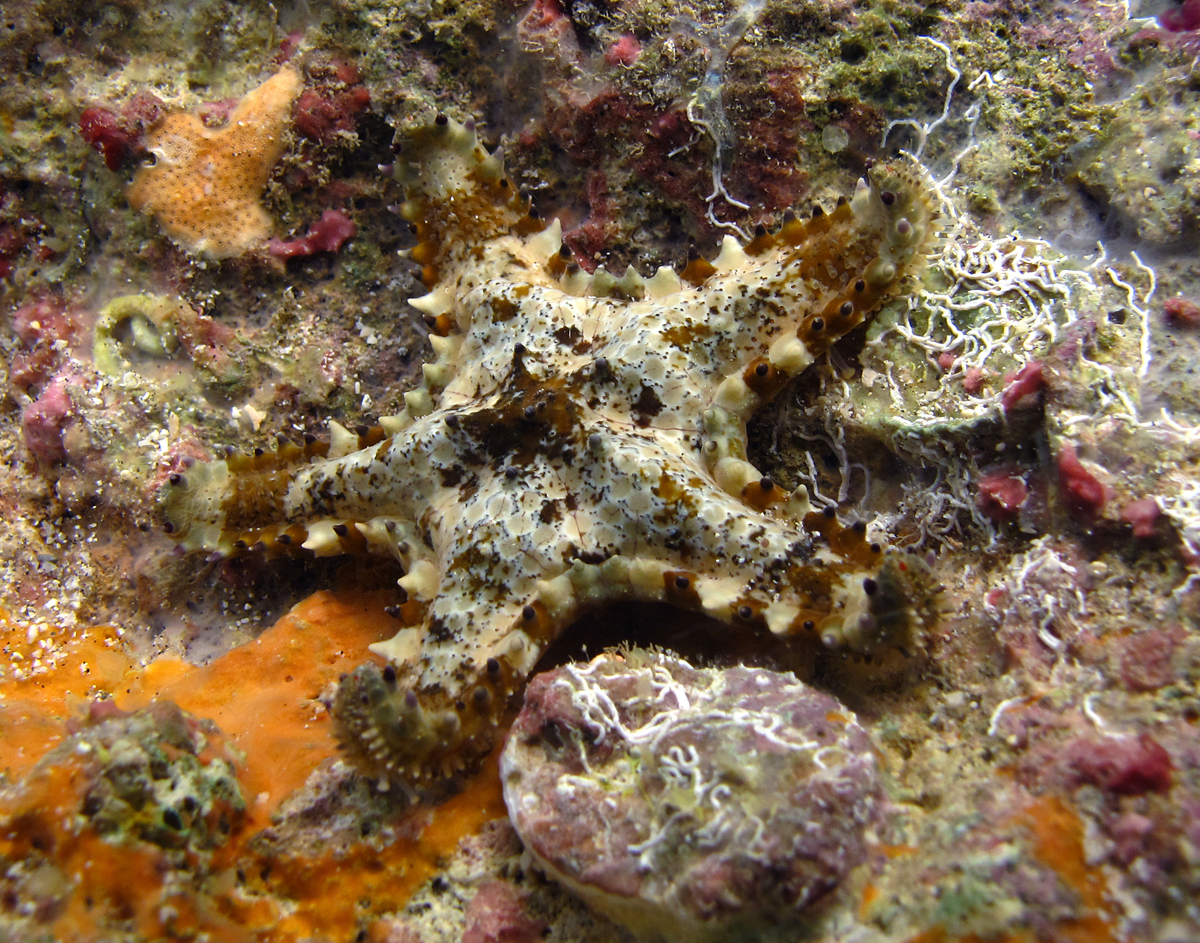
Asteropsis carinifera juvénile
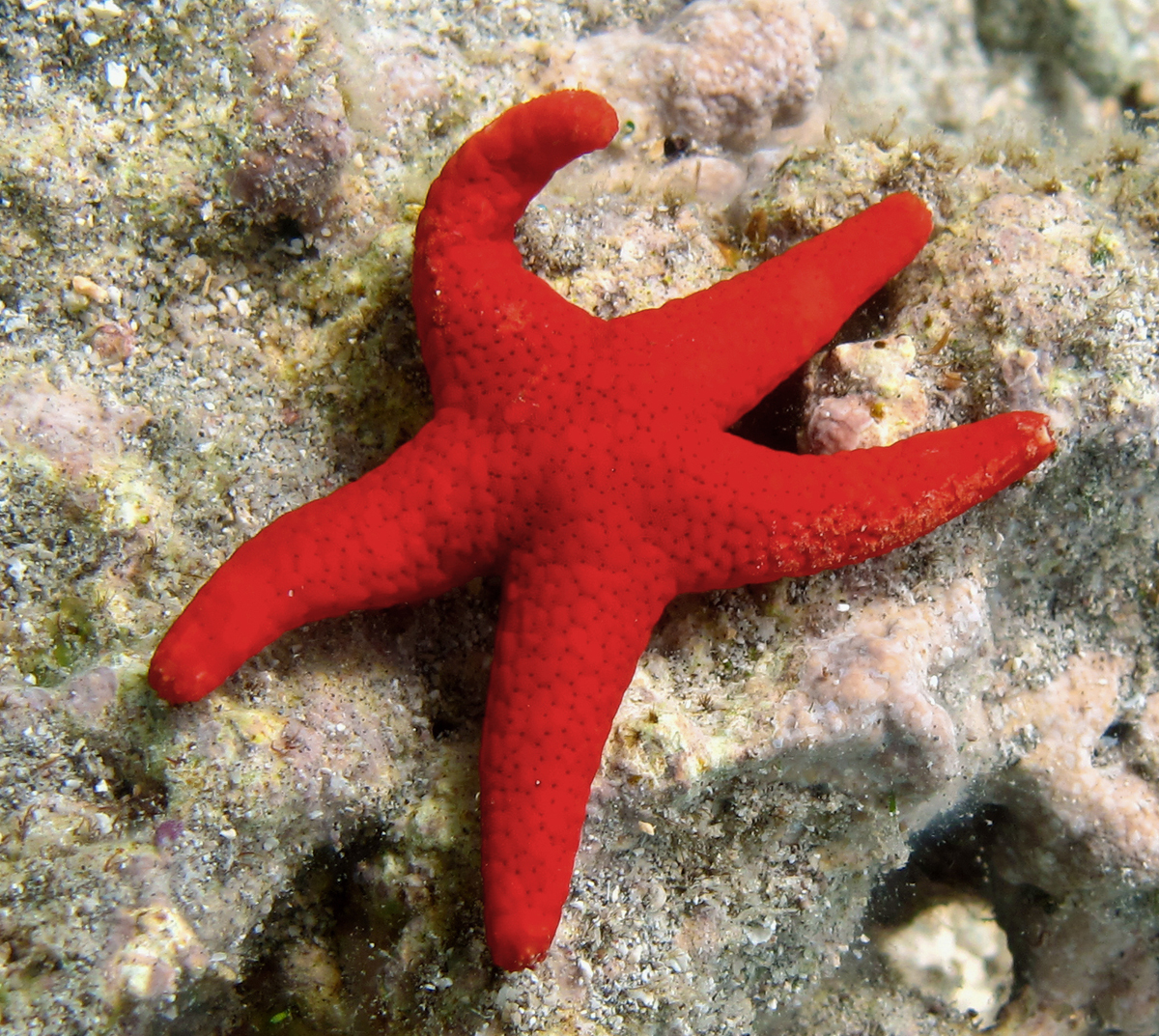
Étoile rouge poreuse (Fromia milleporella)
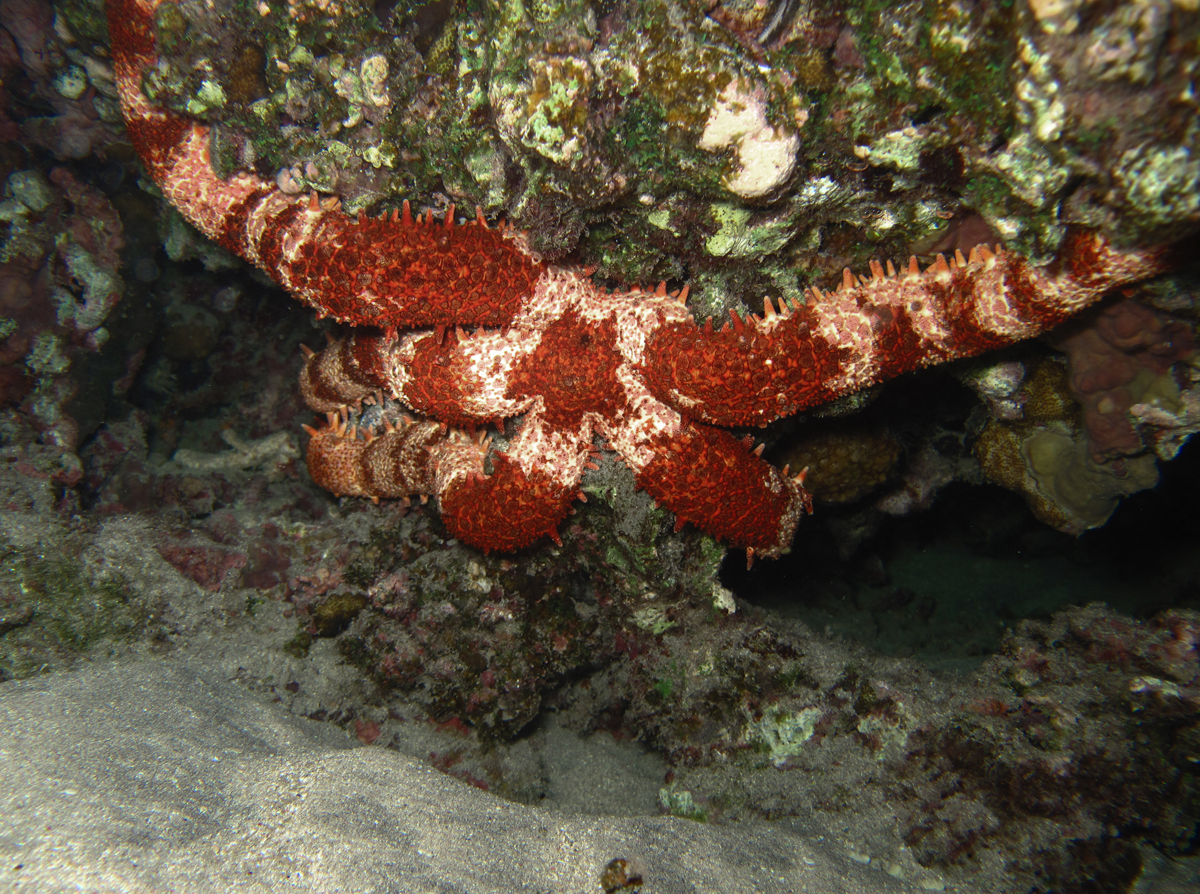
Étoile cloutée (Mithrodia clavigera)
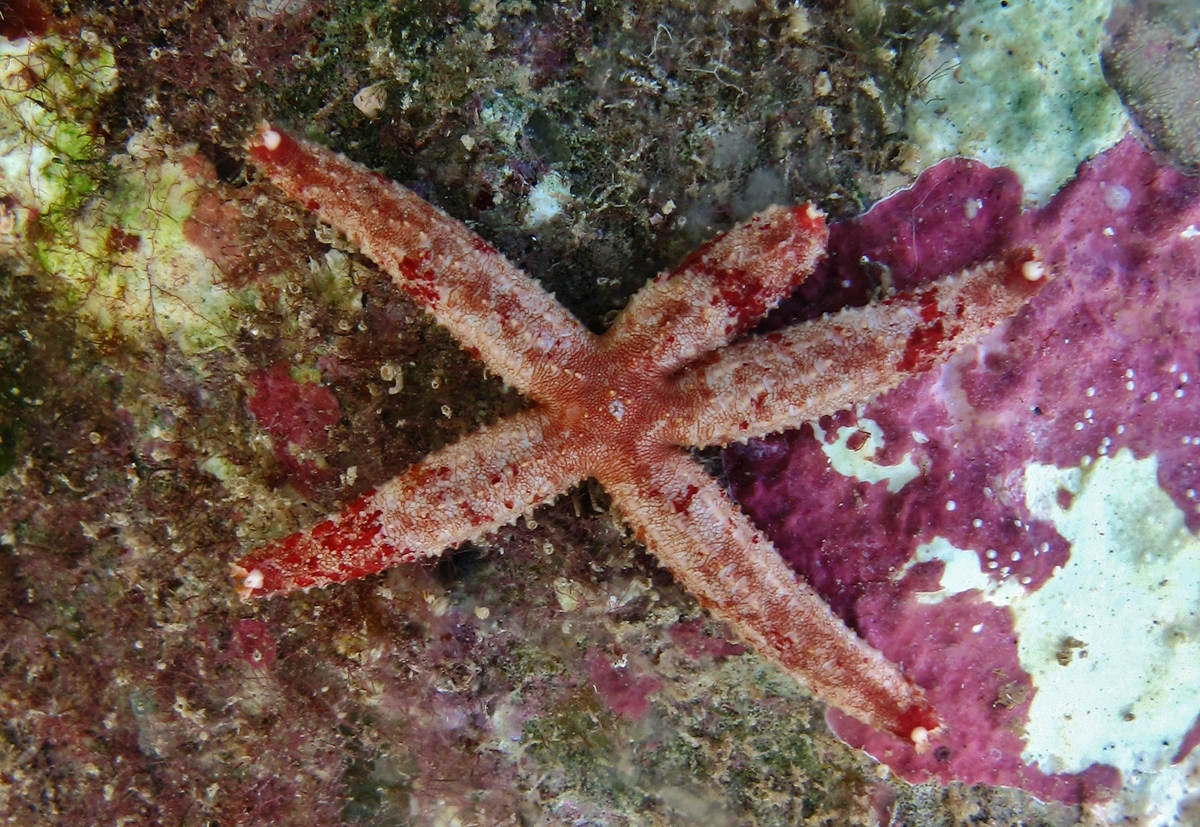
Cistina columbiae
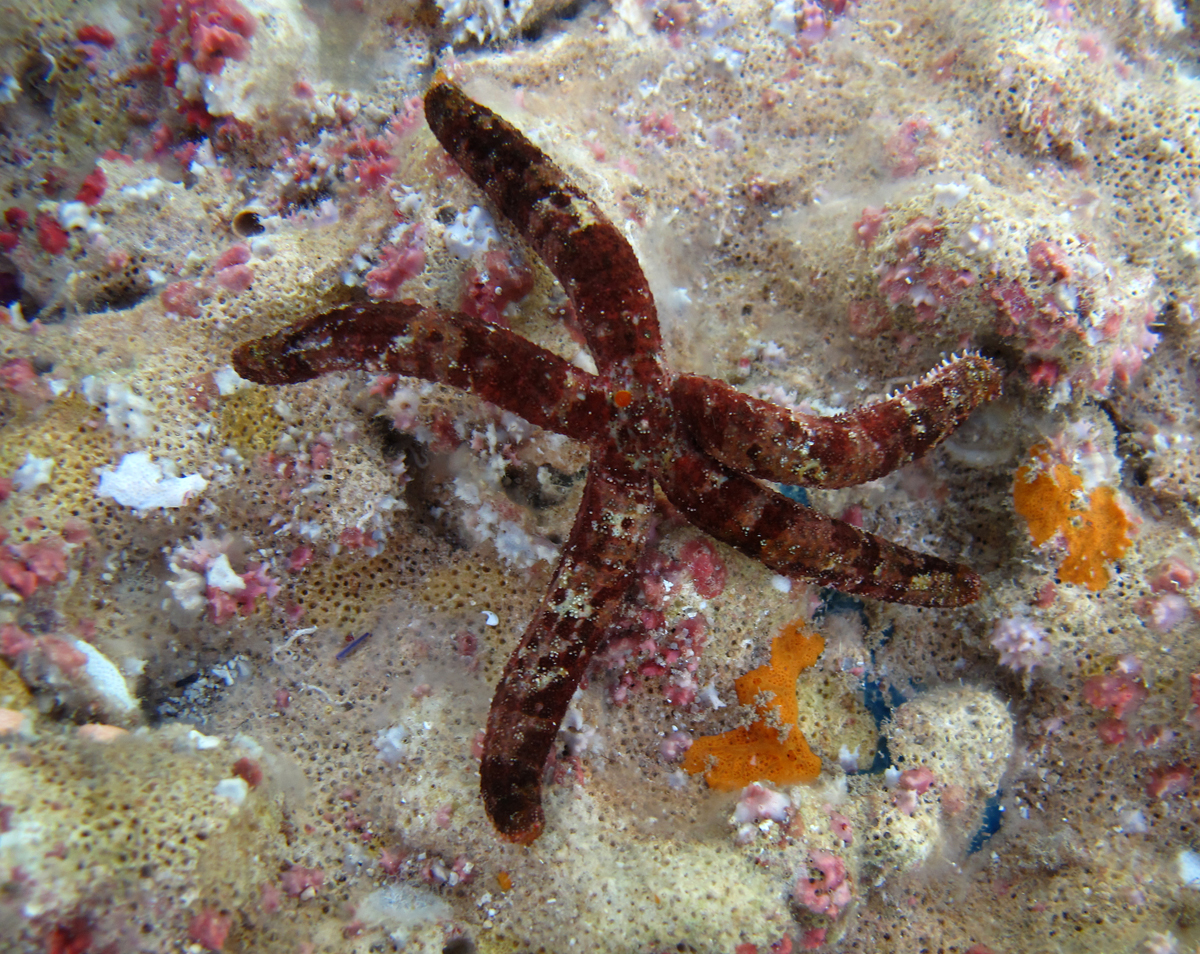
Dactylosaster cylindricus
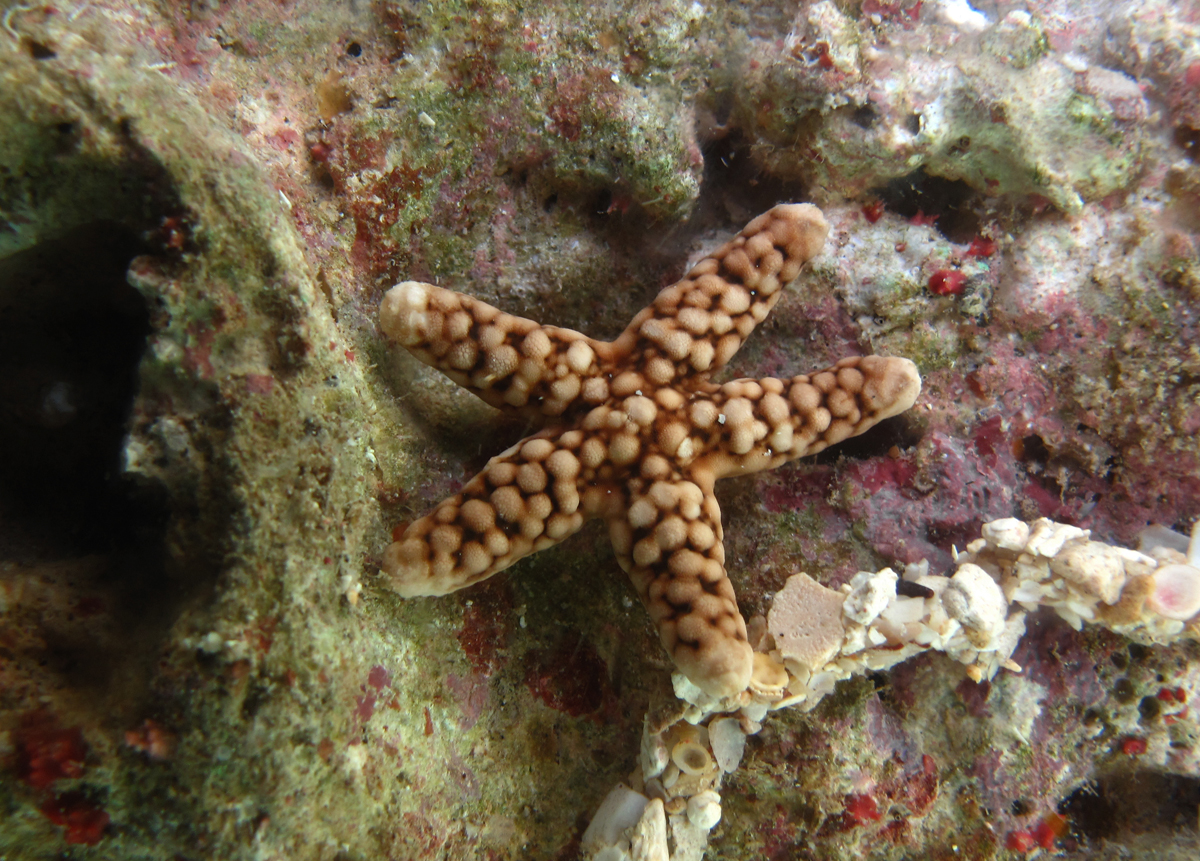
Ferdina flavescens
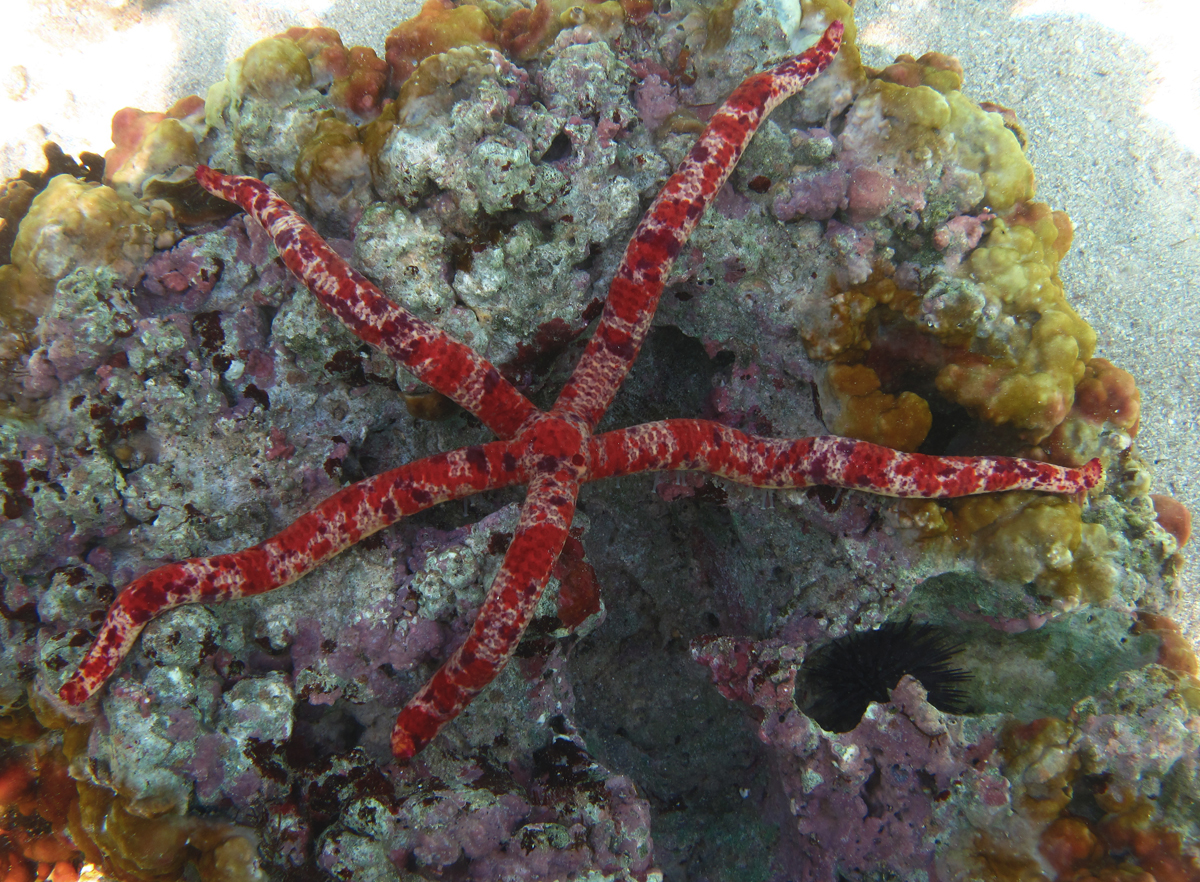
Une étoile du genre Leiaster (peut-être Leiaster glaber)
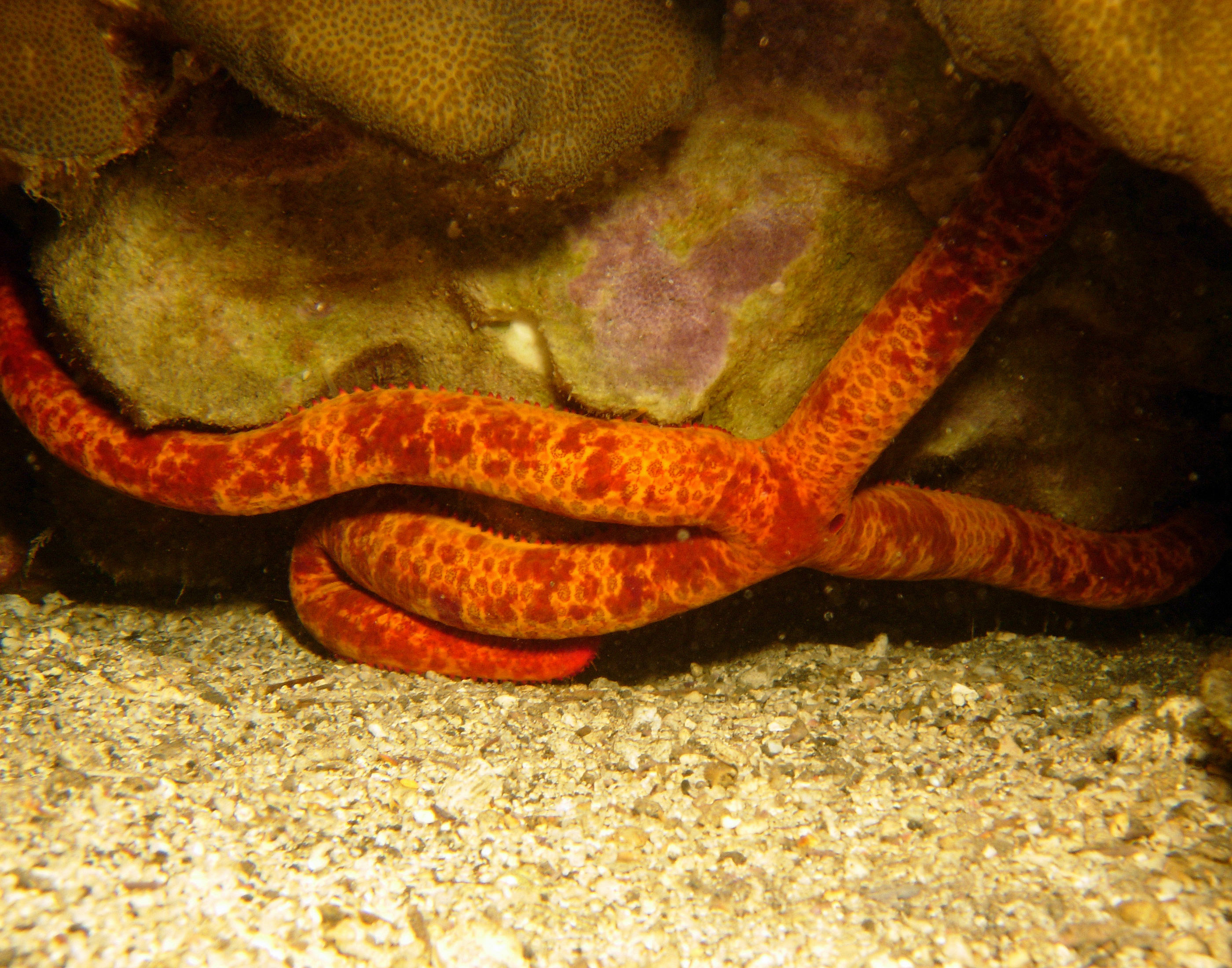
Une étoile du genre Leiaster (peut-être Leiaster coriaceus)
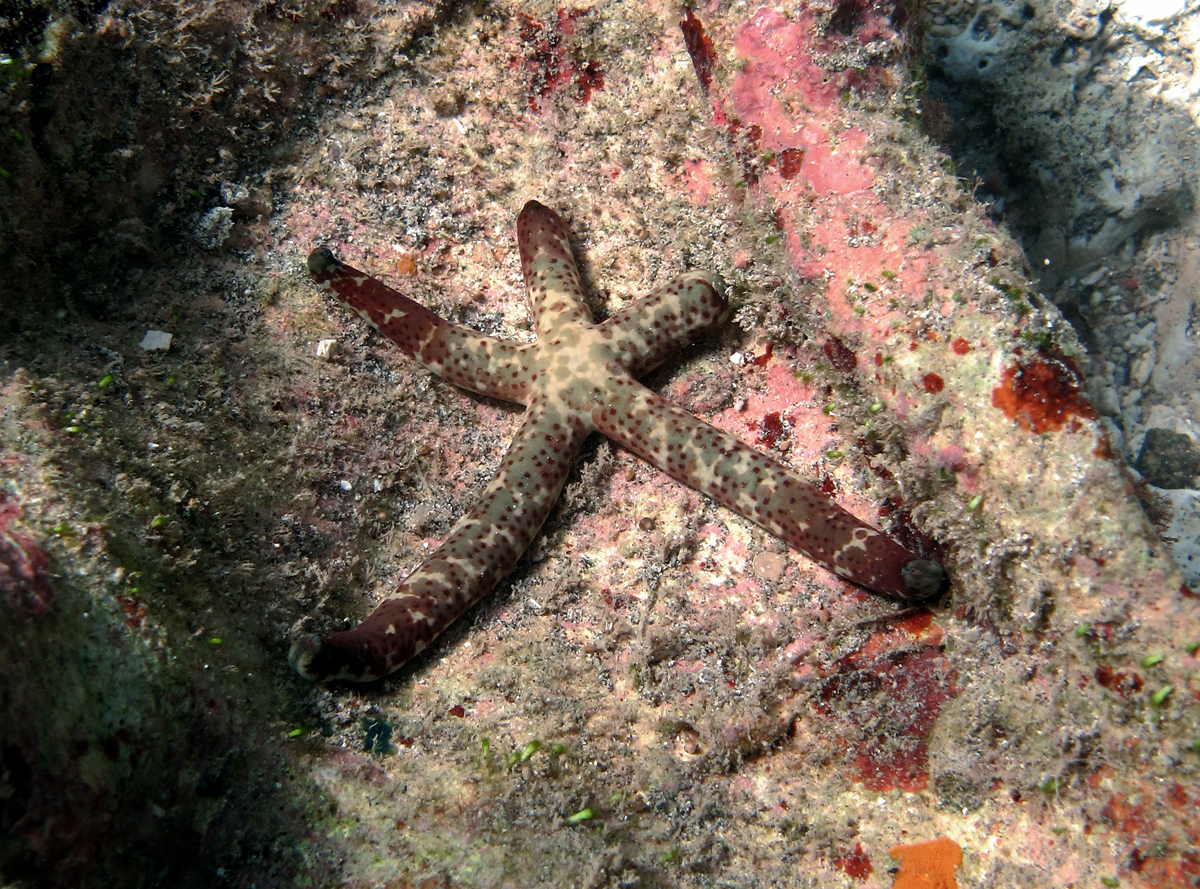
Comète de mer (Linckia multifora)
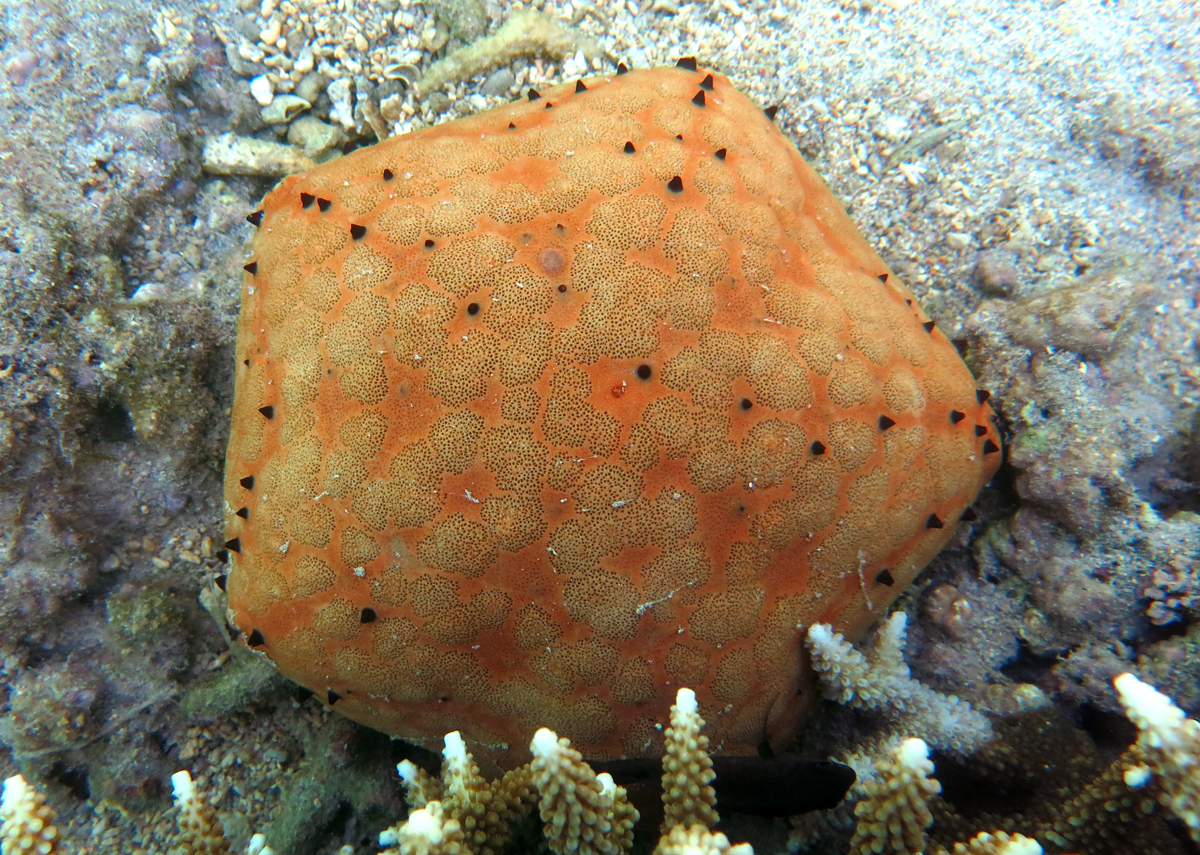
Étoile coussin (Culcita schmideliana)
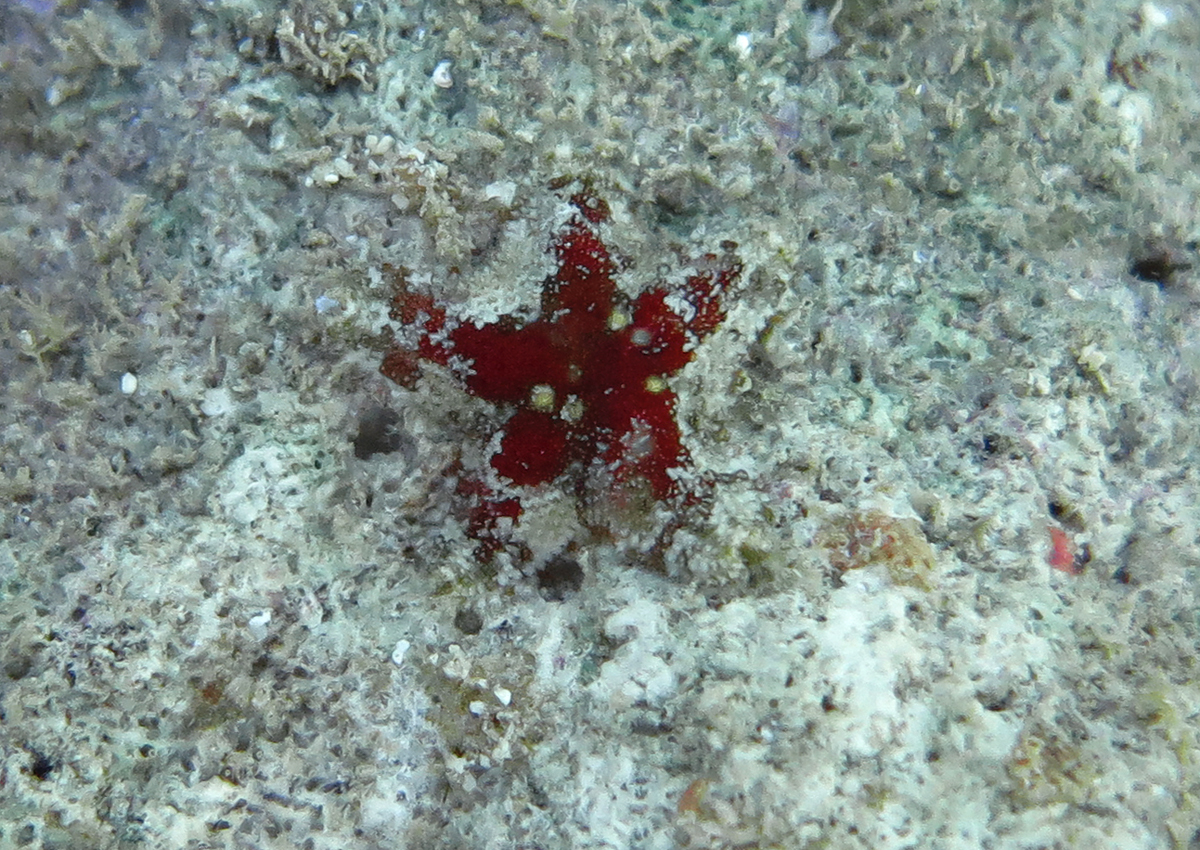
Aquilonastra conandae
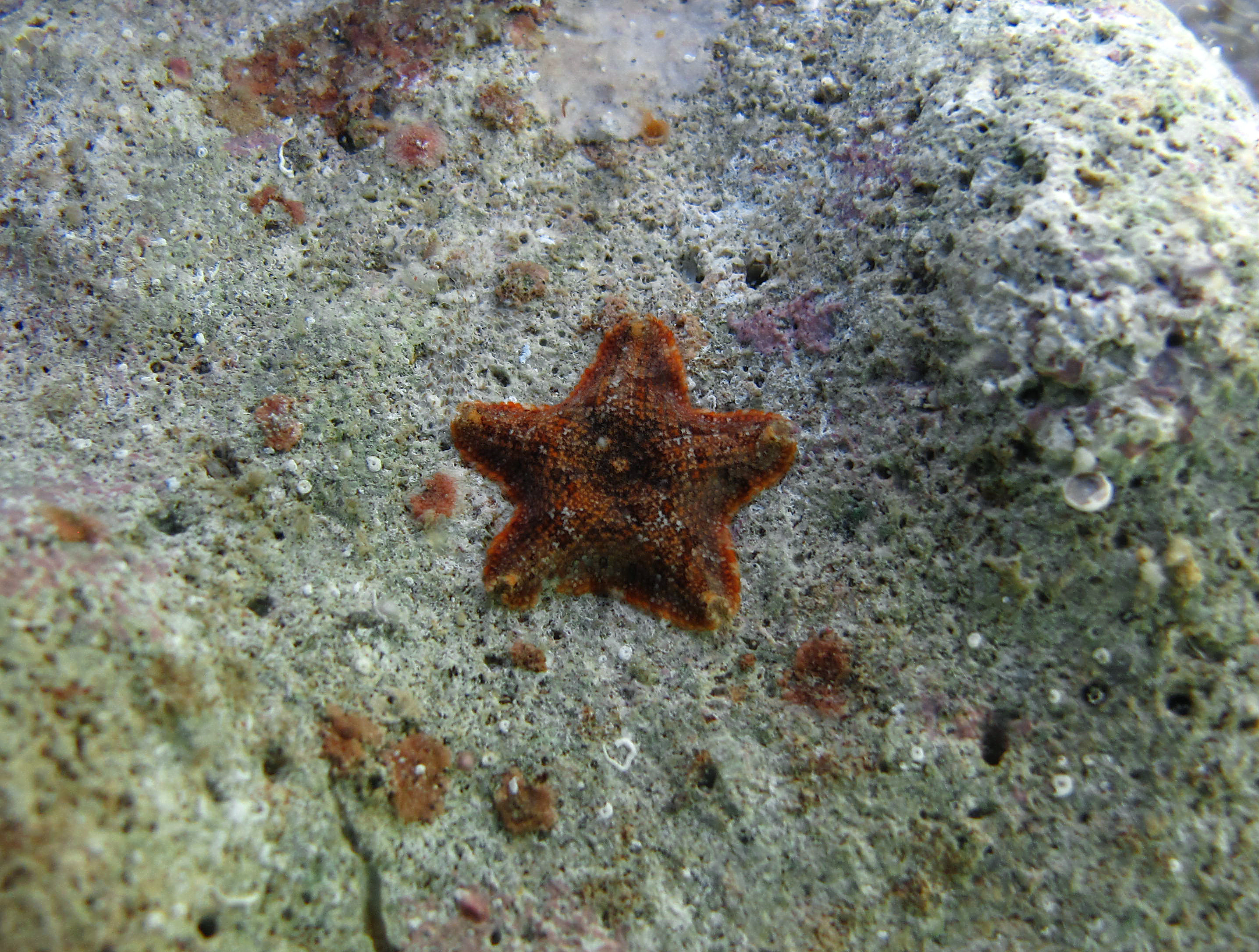
Aquilonastra cf. moosleitneri
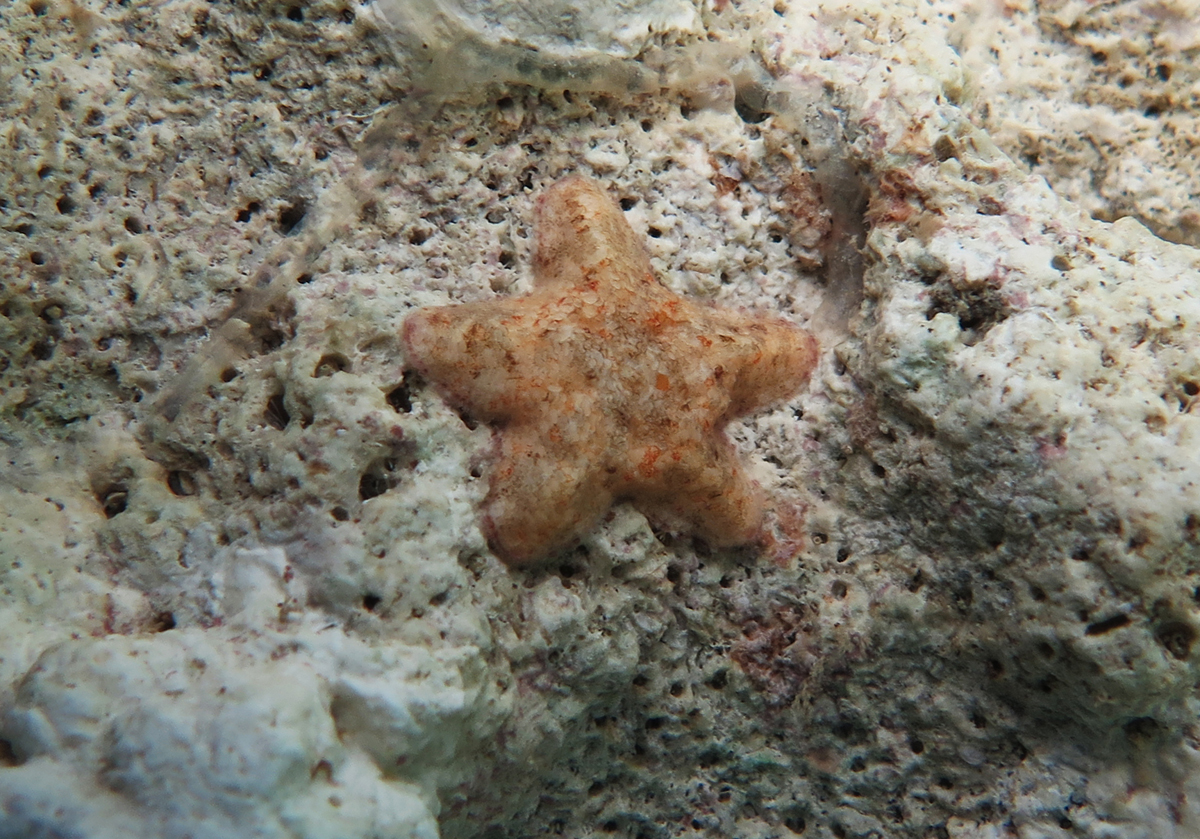
Aquilonastra cf. richmondi
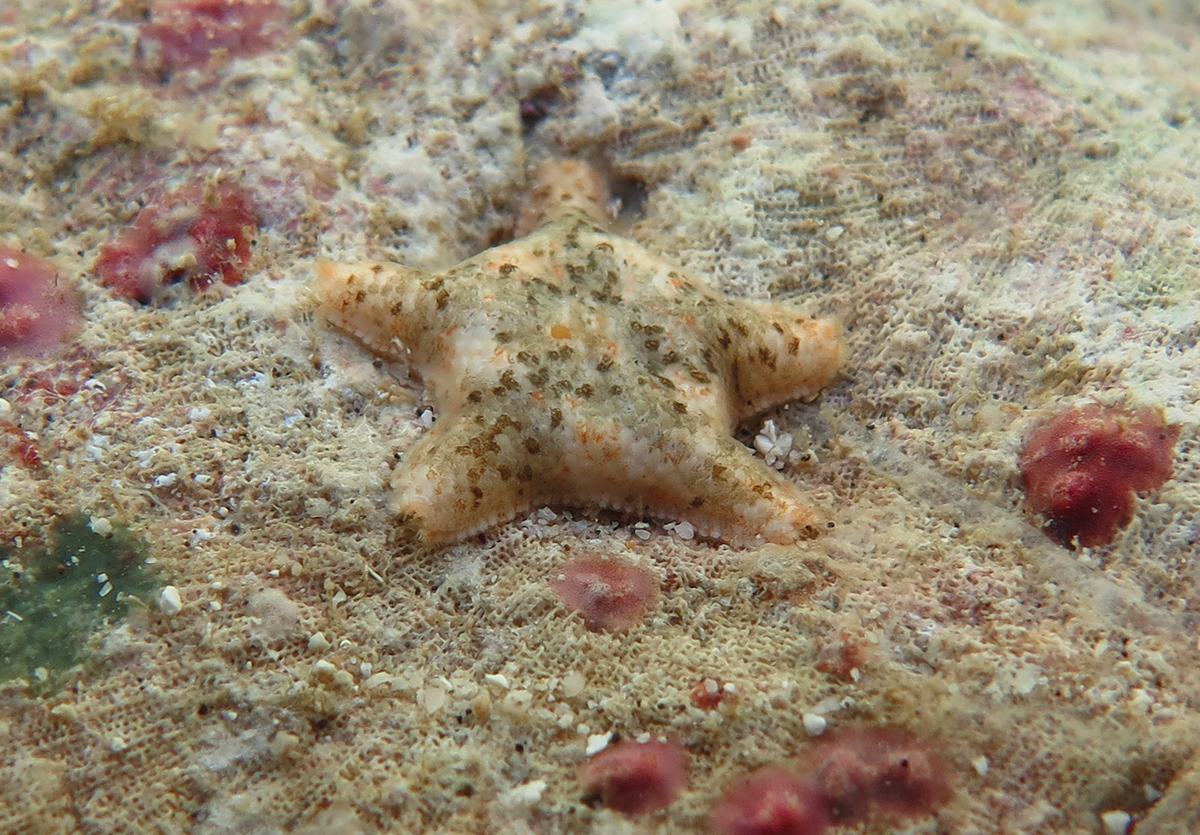
Aquilonastra cf. samyni
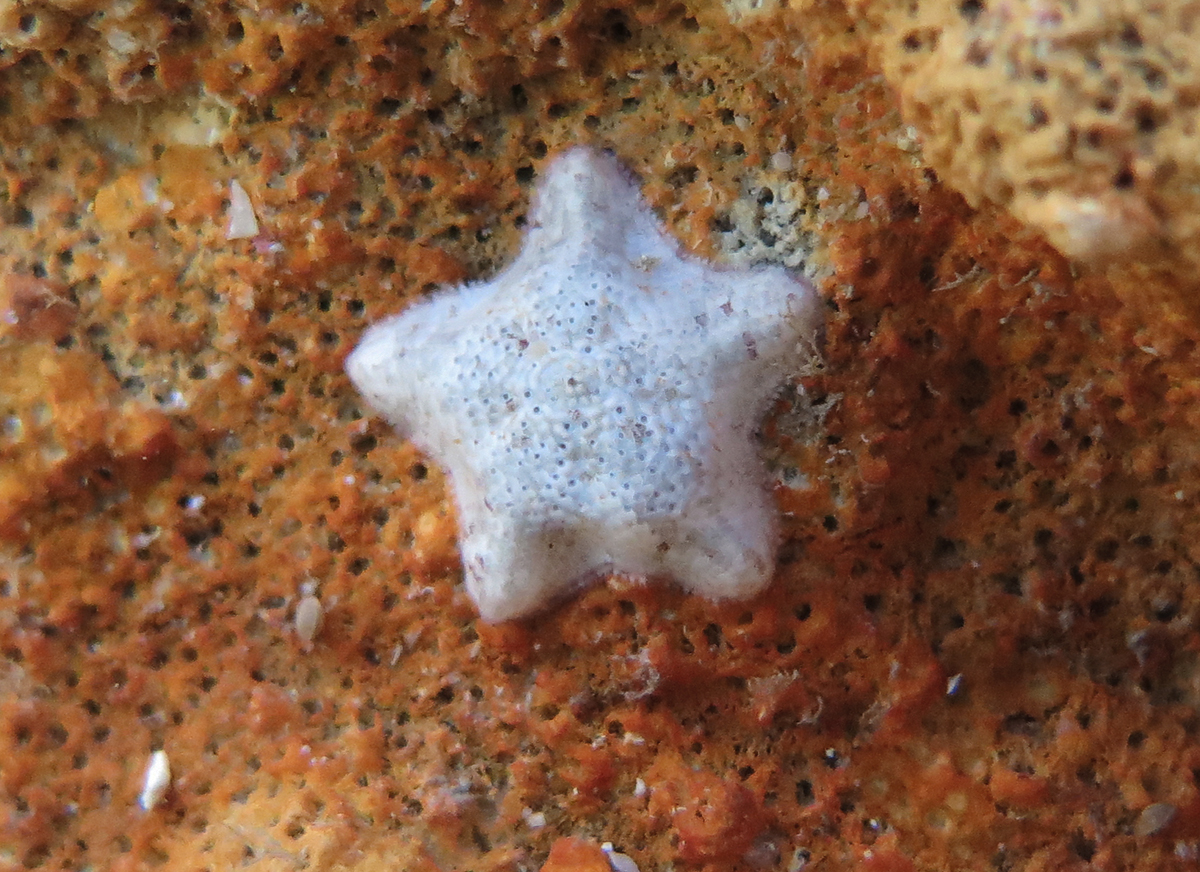
Aquilonastra sp.
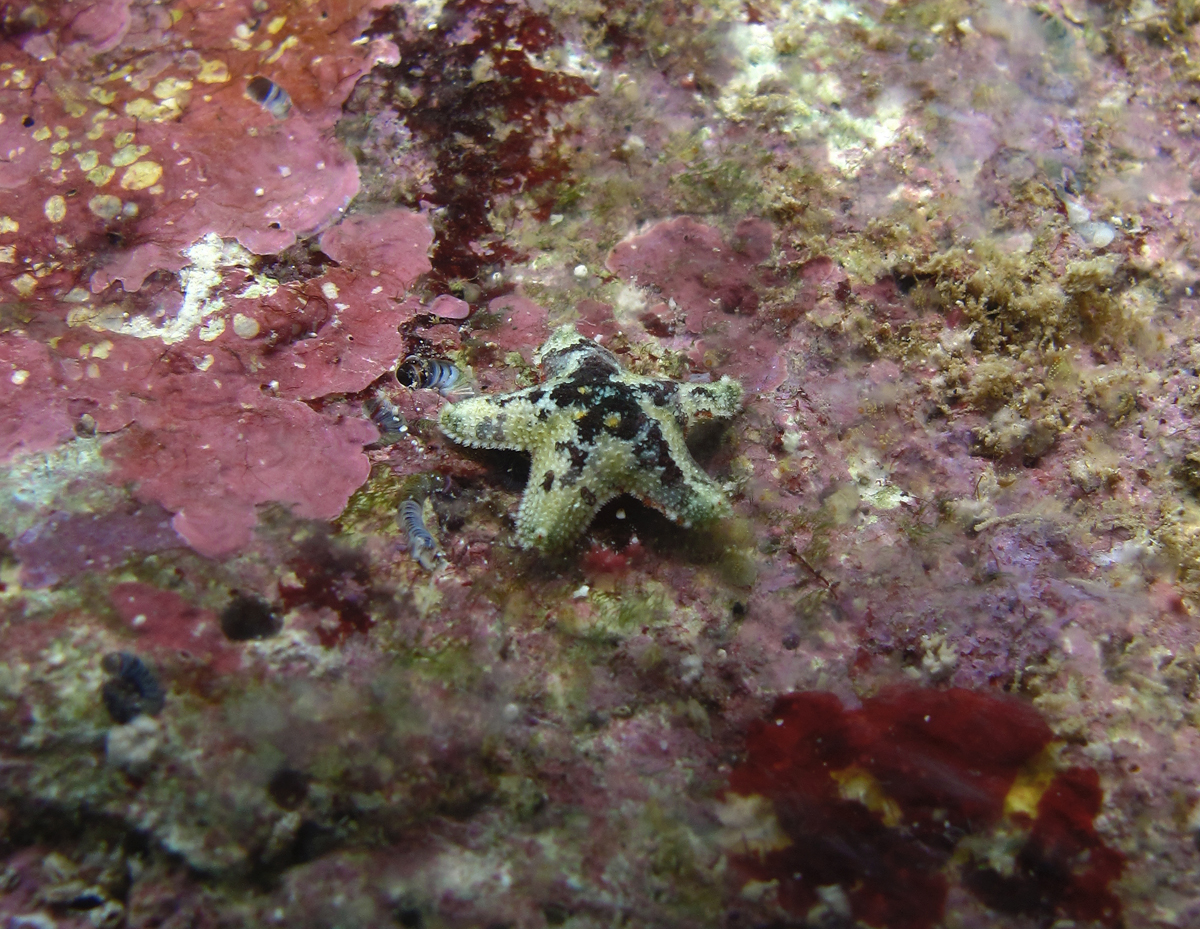
Une petite étoile non identifiée (famille des Asterinidae, probablement Aquilonastra sp.)
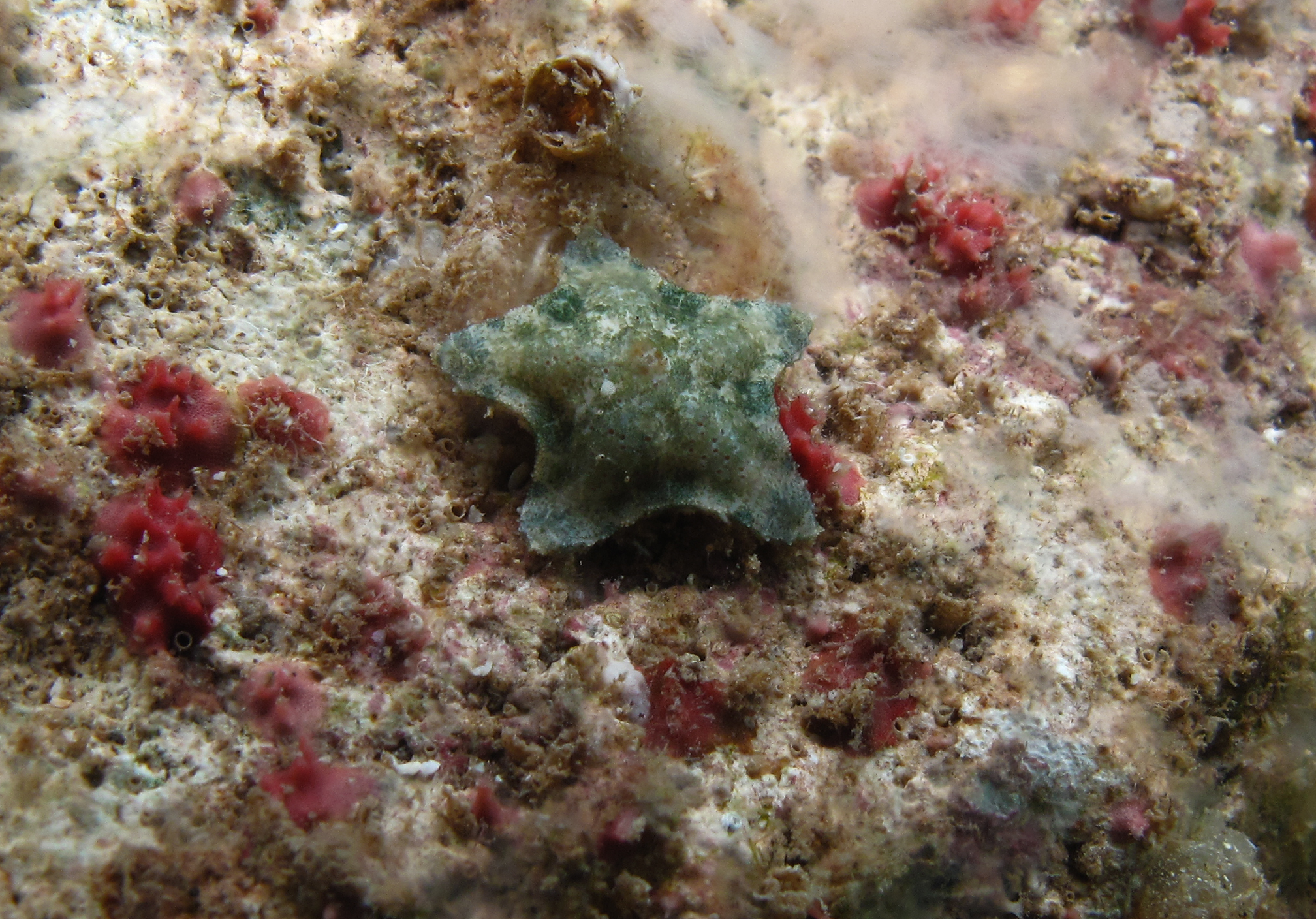
Une petite étoile de la famille des Asterinidae
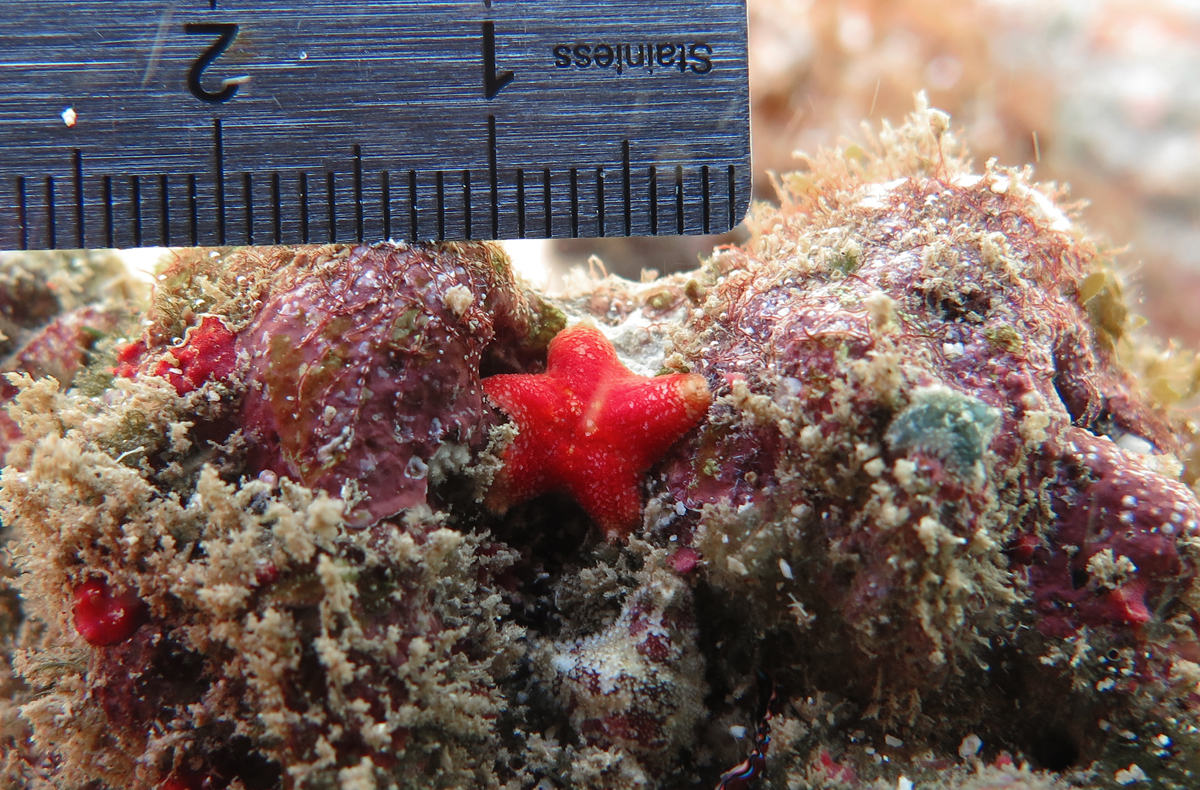
Une petite étoile de la famille des Asterinidae
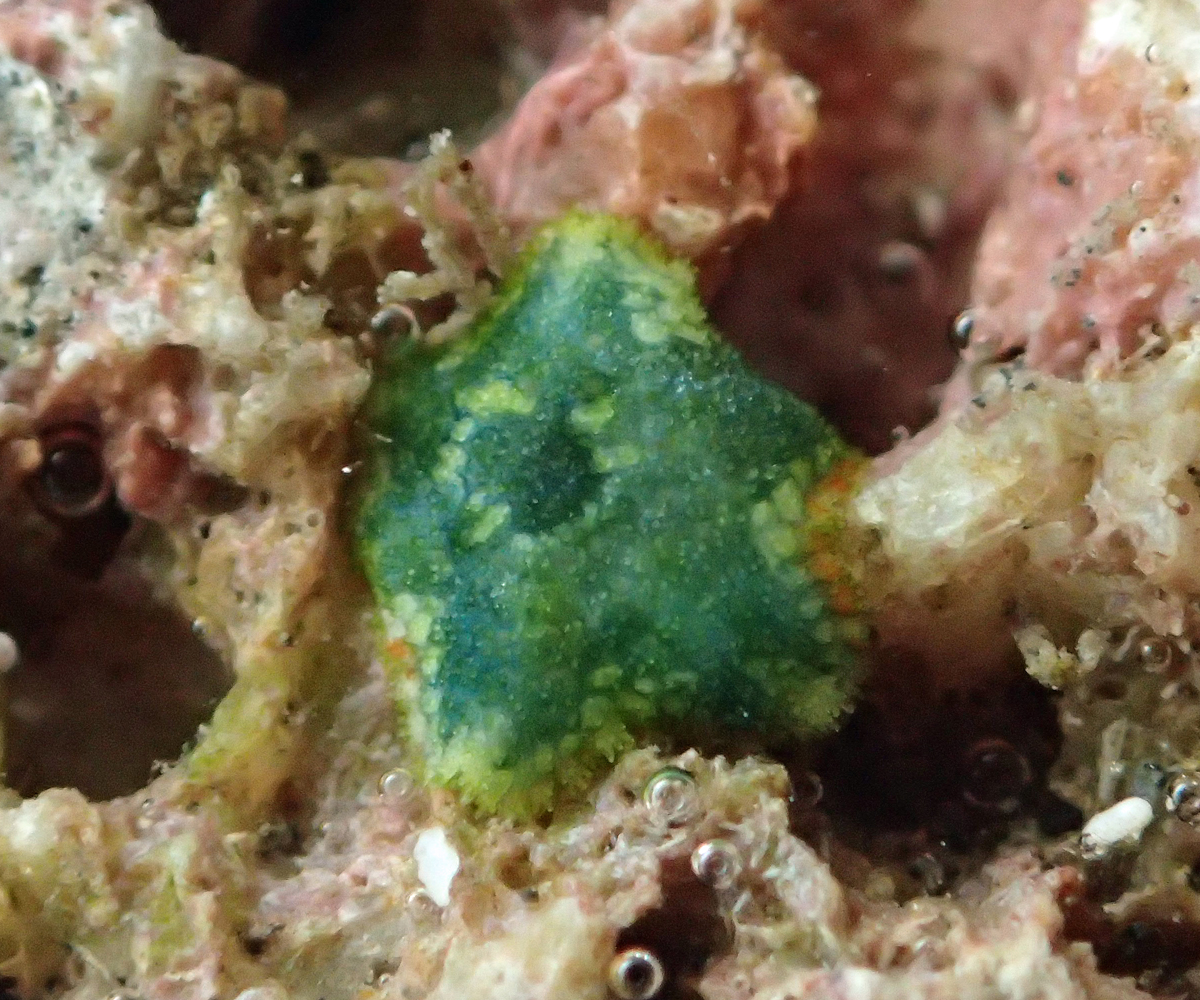
Une petite étoile de la famille des Asterinidae
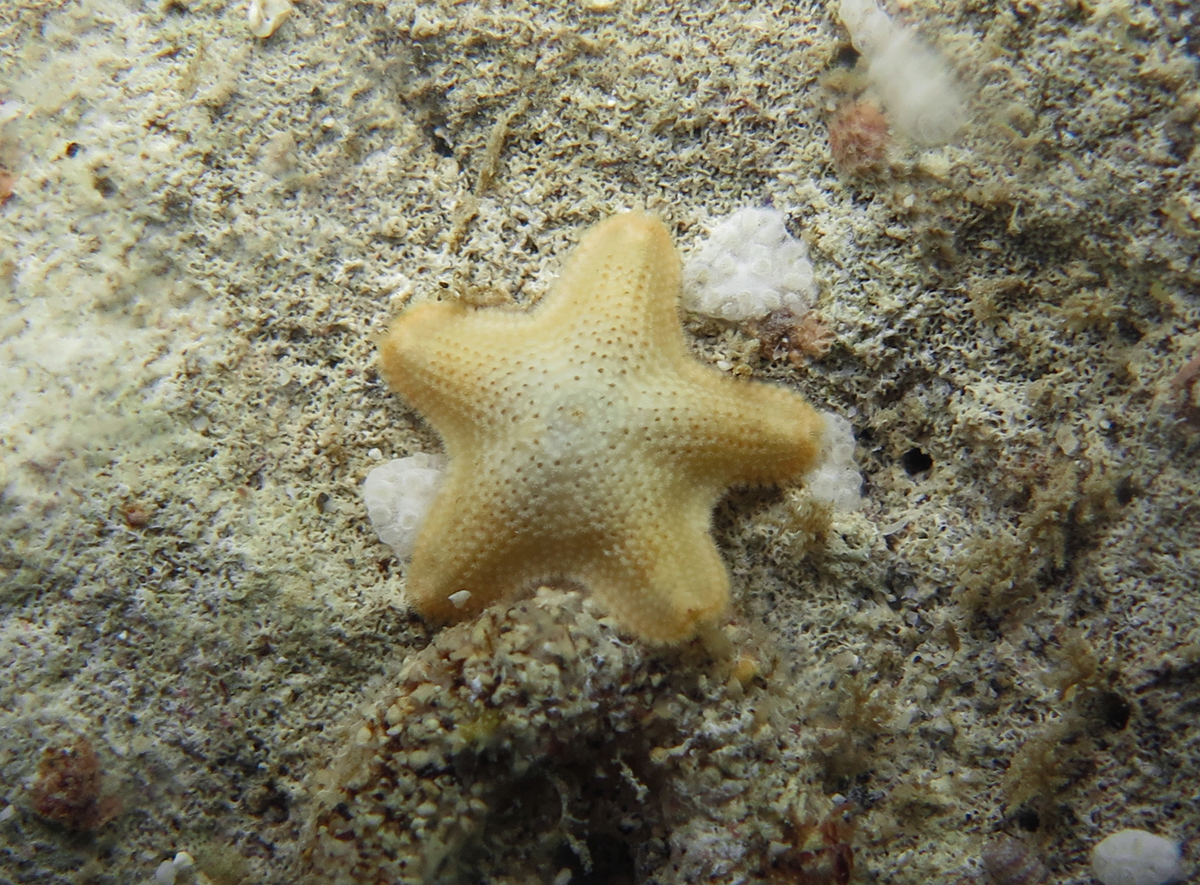
Une petite étoile de la famille des Asterinidae
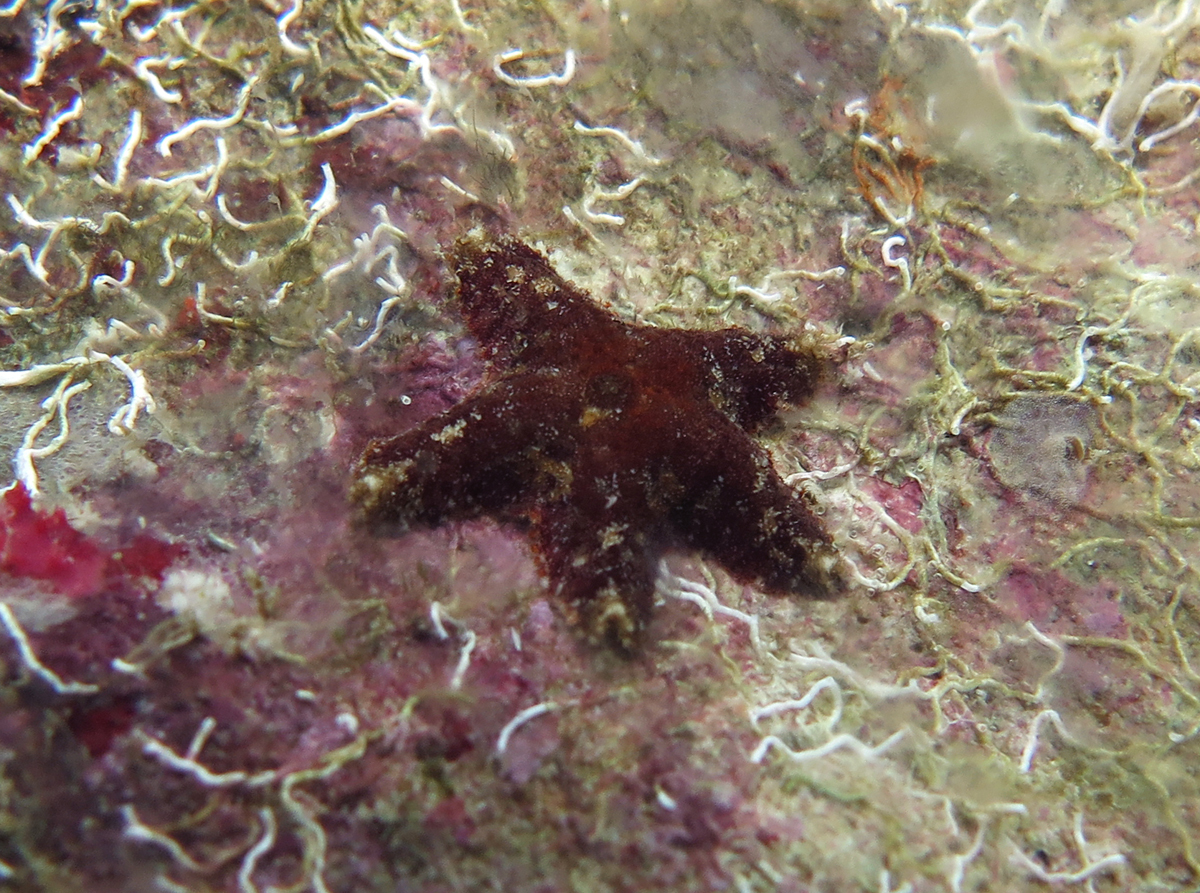
Une petite étoile de la famille des Asterinidae

### Ophiures
Les ophiures (du grec ophis, « serpent », et oura, « queue ») ne sont pas des étoiles de mer, mais un groupe proche (toutes deux font partie de la sous-classe des Asterozoa). Parmi les différences on trouve des bras très fins et très souples, indépendants du corps, qui ne se touchent pas à leur base, et l’absence d’anus (les rejets se font par la bouche). Elles sont de surcroît beaucoup plus rapides, et se déplacent en se portant sur leurs longs bras. Le corps discoïdal est aplati sur la face inférieure, et généralement bombé en face supérieure. Il existe un ordre d’ophiures dont la morphologie est totalement différente, les Euryalida ou « gorgonocéphales », dont les nombreux et longs bras très ramifiés se déploient la nuit pour capturer le plancton ; elles demeurent rarissimes dans les lagons de la Réunion.
La détermination de l’espèce, voire du genre, est particulièrement difficile chez les ophiures et demande souvent un examen microscopique, quand ce n’est pas une analyse ADN.
On recense en 2016 66 espèces d'ophiures à La Réunion.

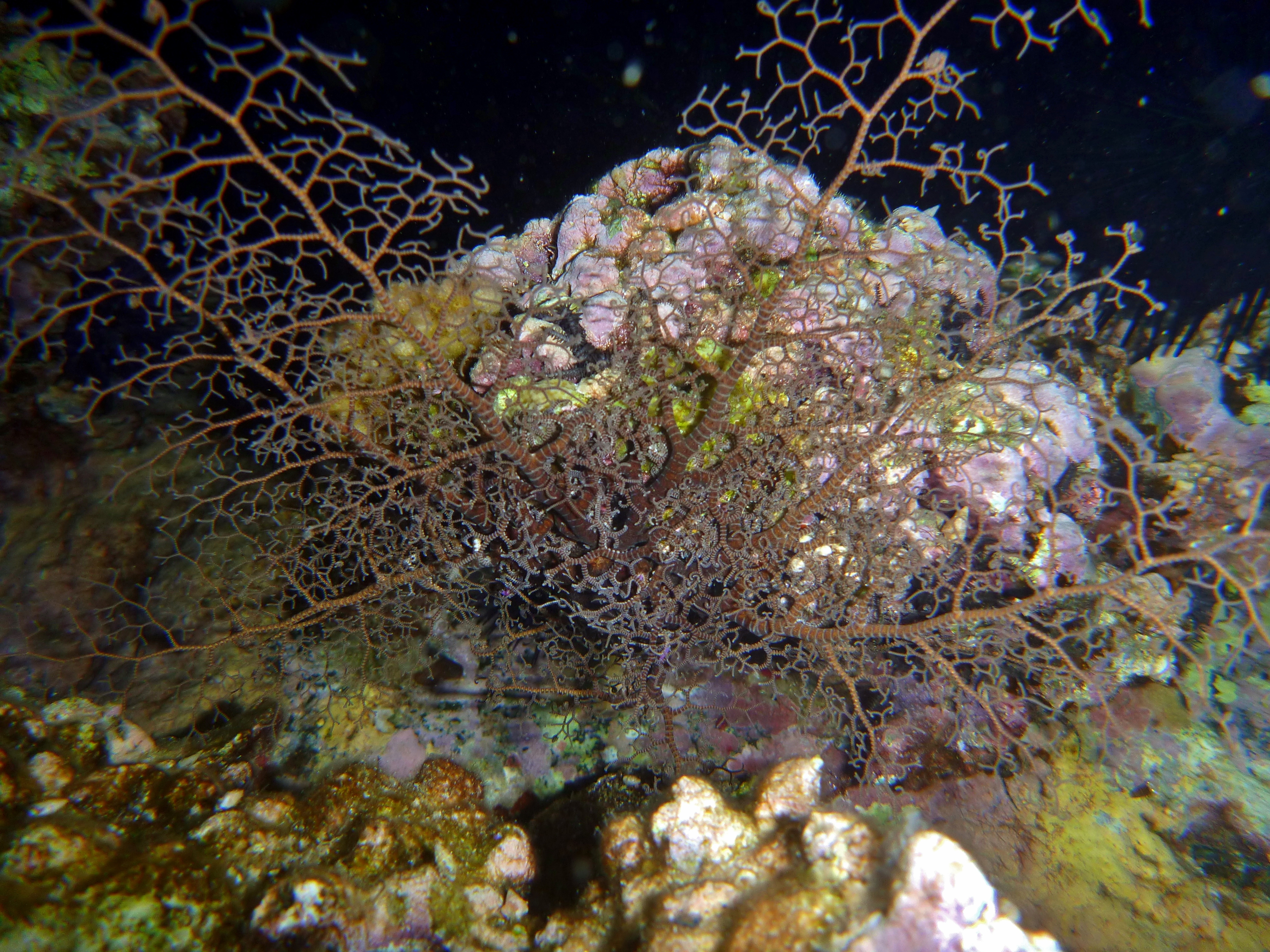
Gorgonocéphale lisse (Astroboa nuda)?
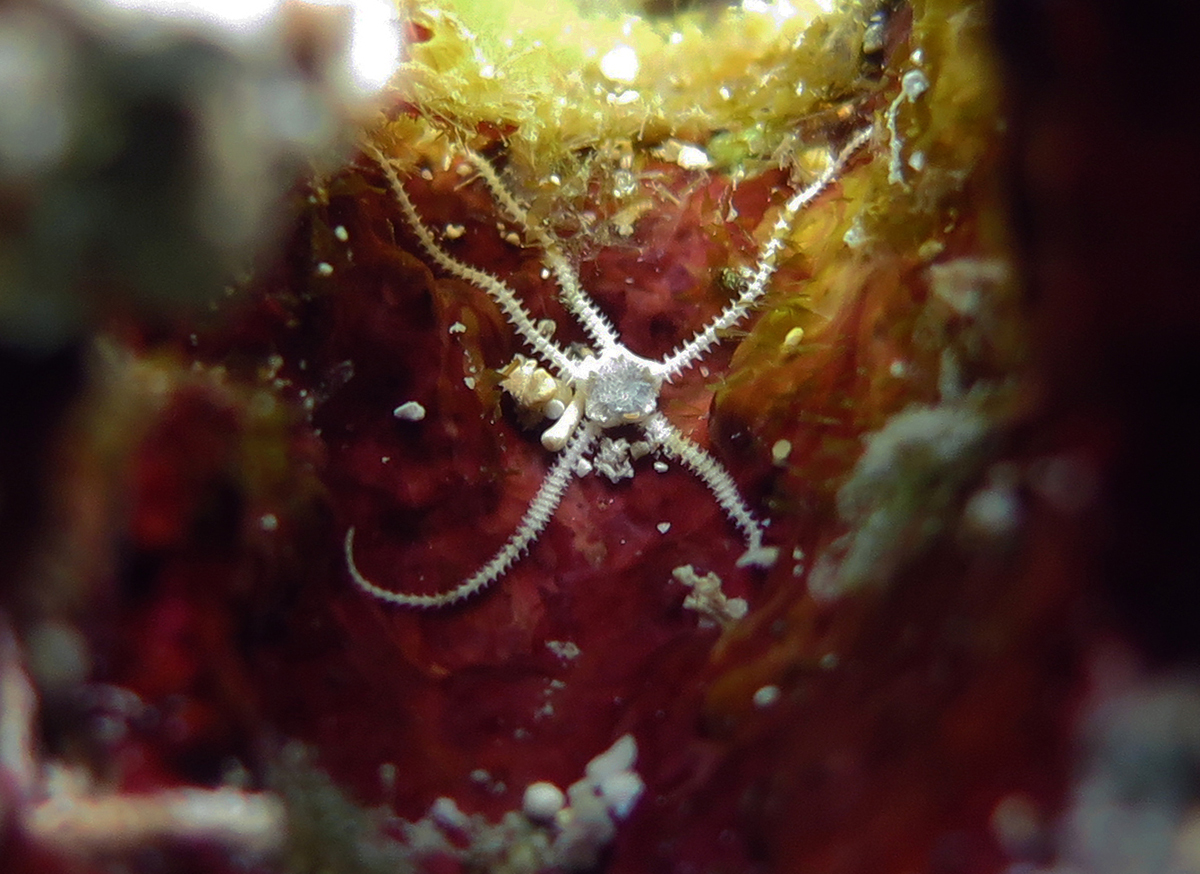
Ophiure écailleuse (Amphipholis squamata)
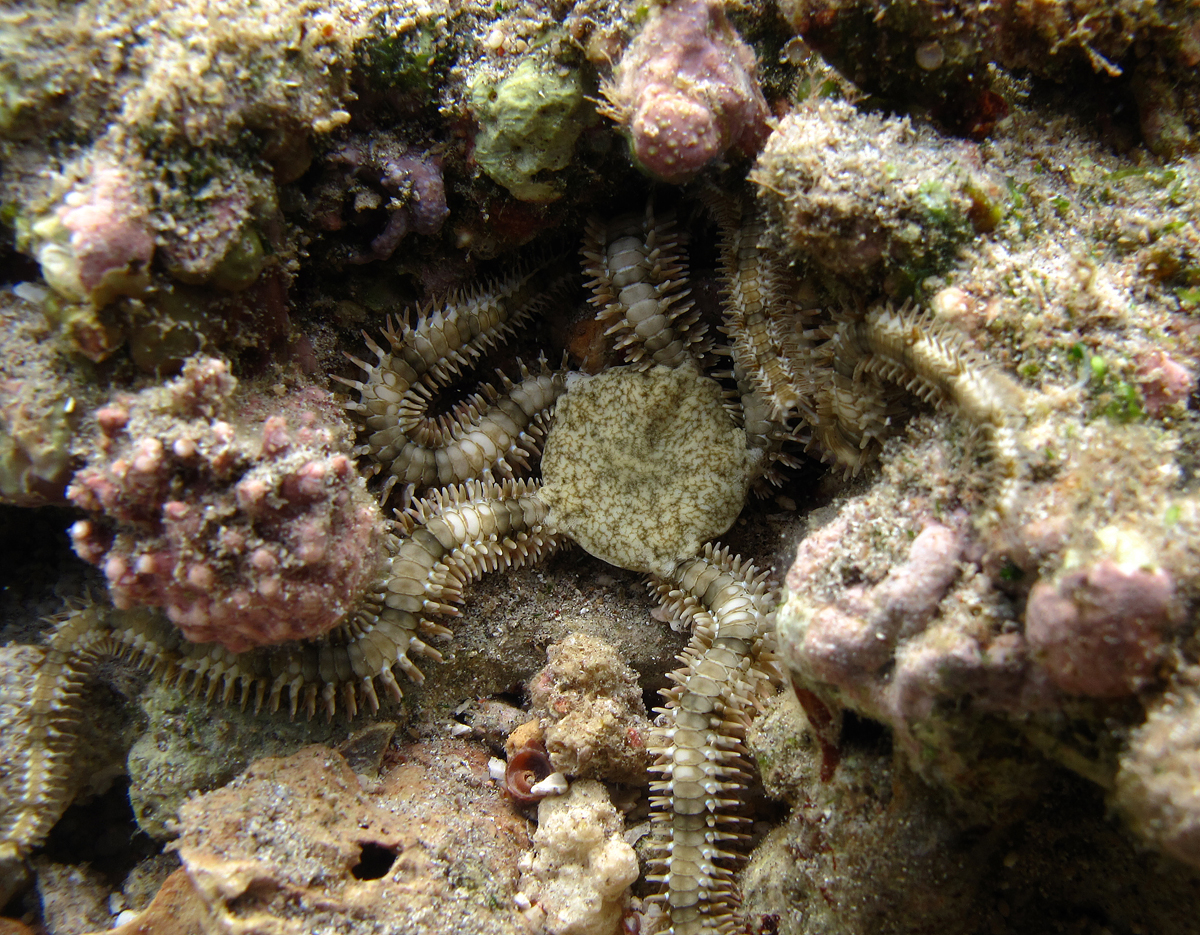
Breviturma brevipes
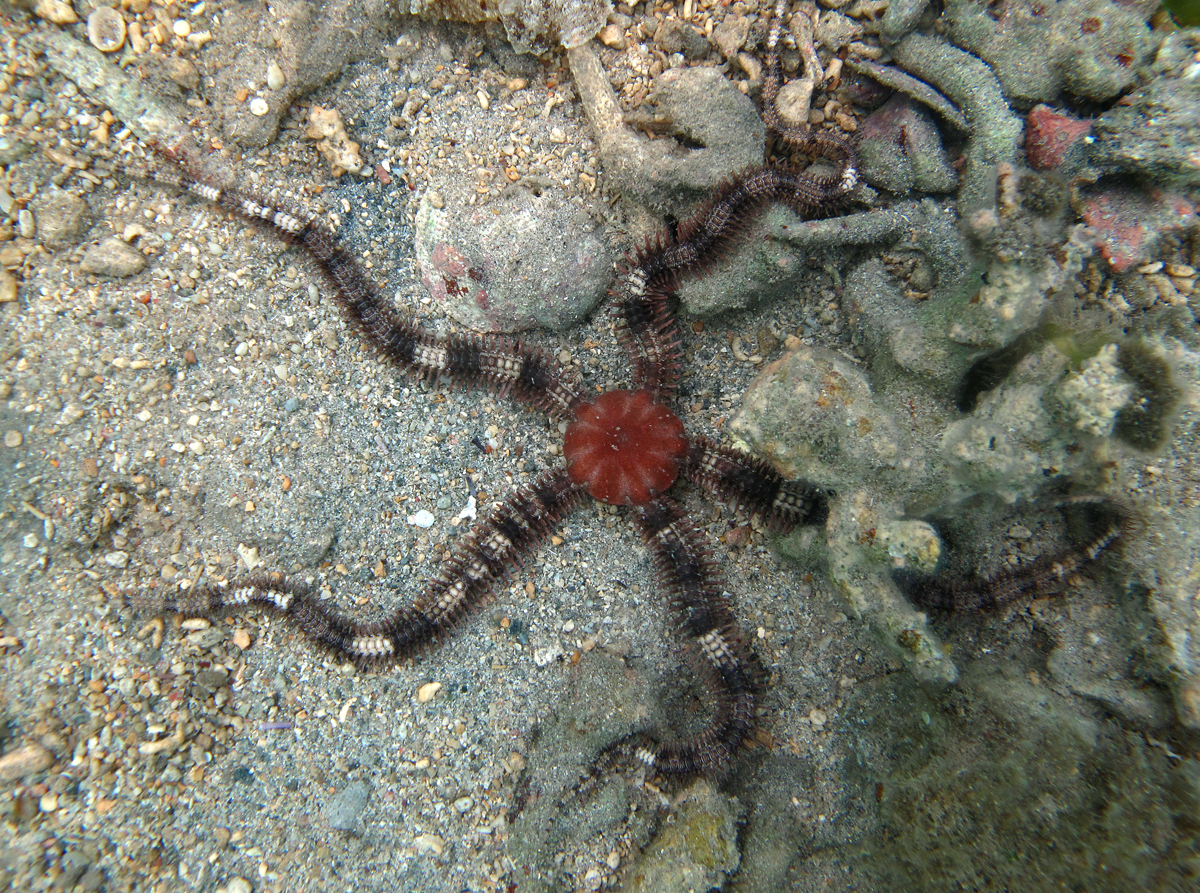
Breviturma dentata
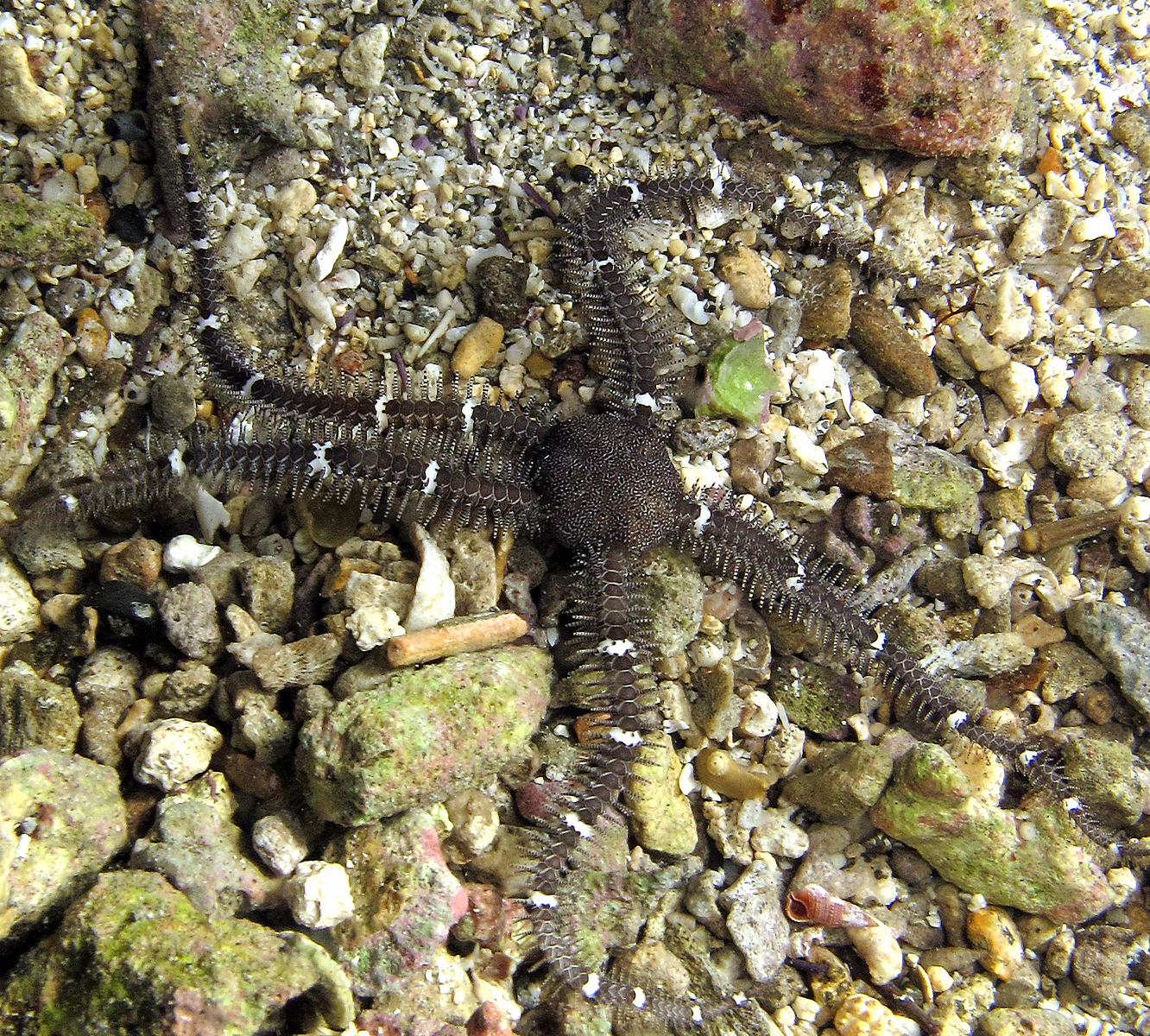
Breviturma doederleinii
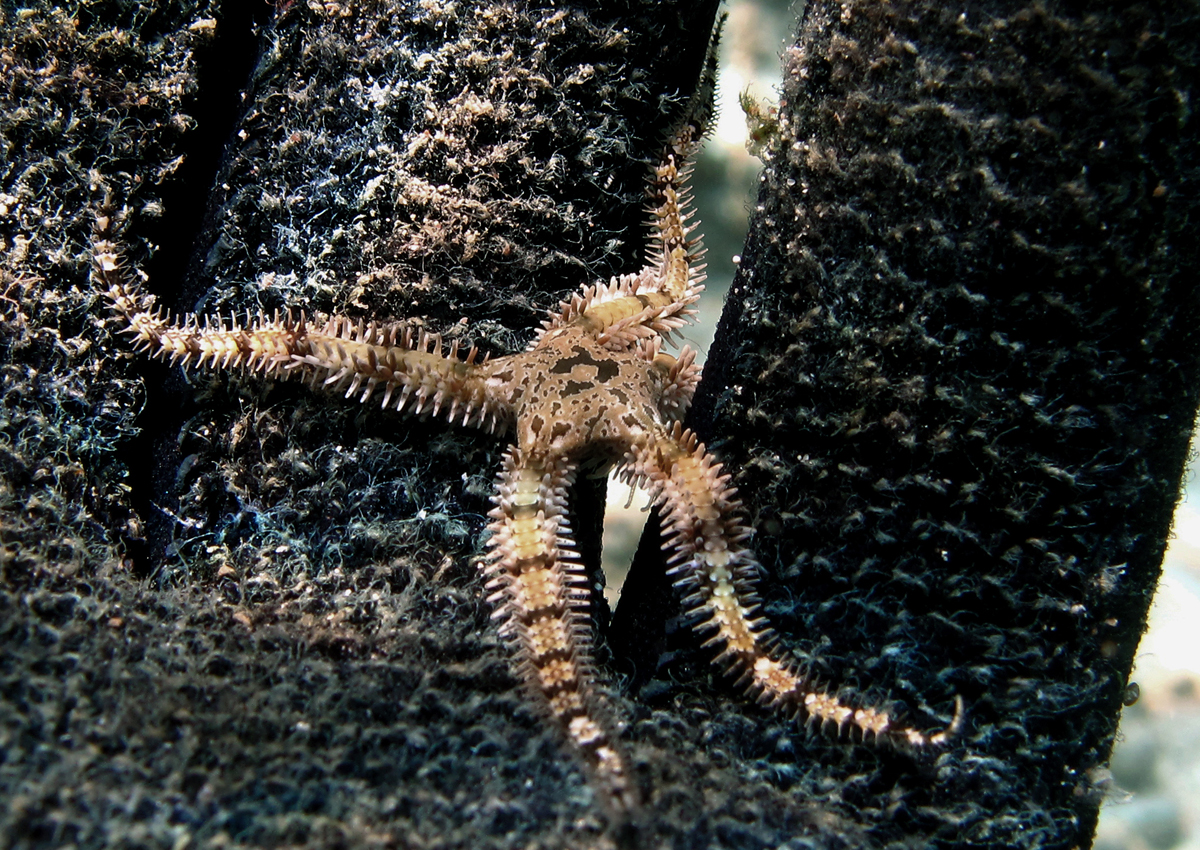
Breviturma krohi?
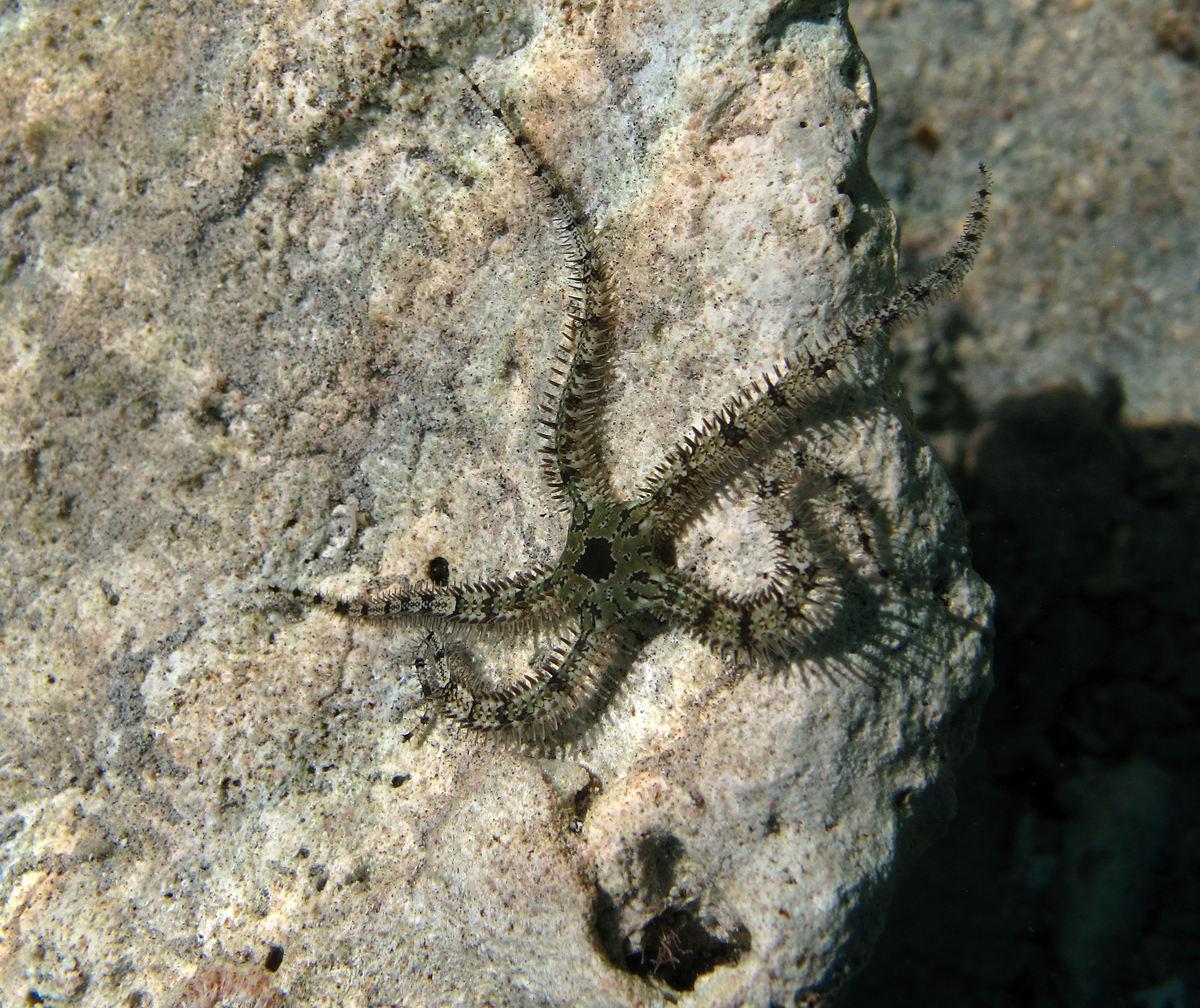
Breviturma krohi forme olive?
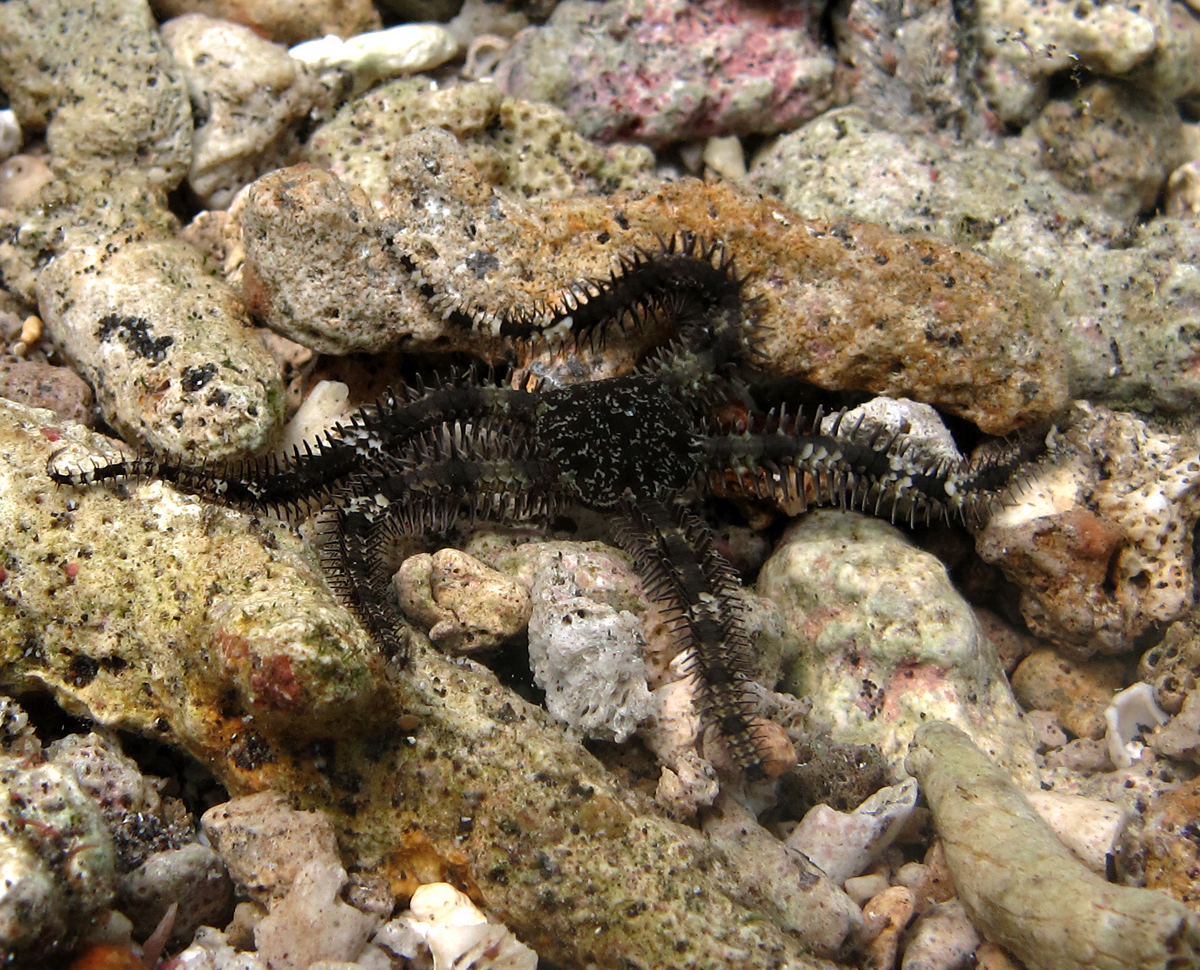
Breviturma krohi forme noire?
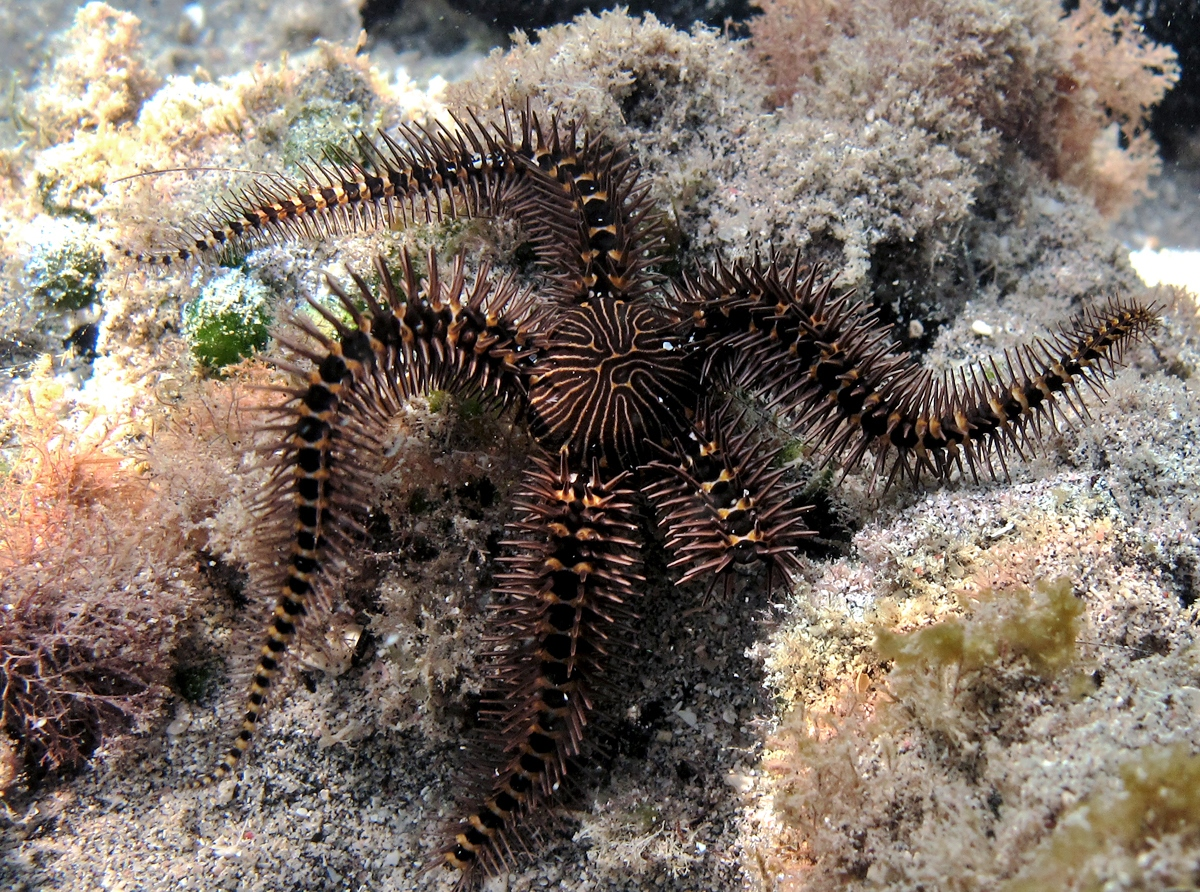
Ophiure Breviturma pica
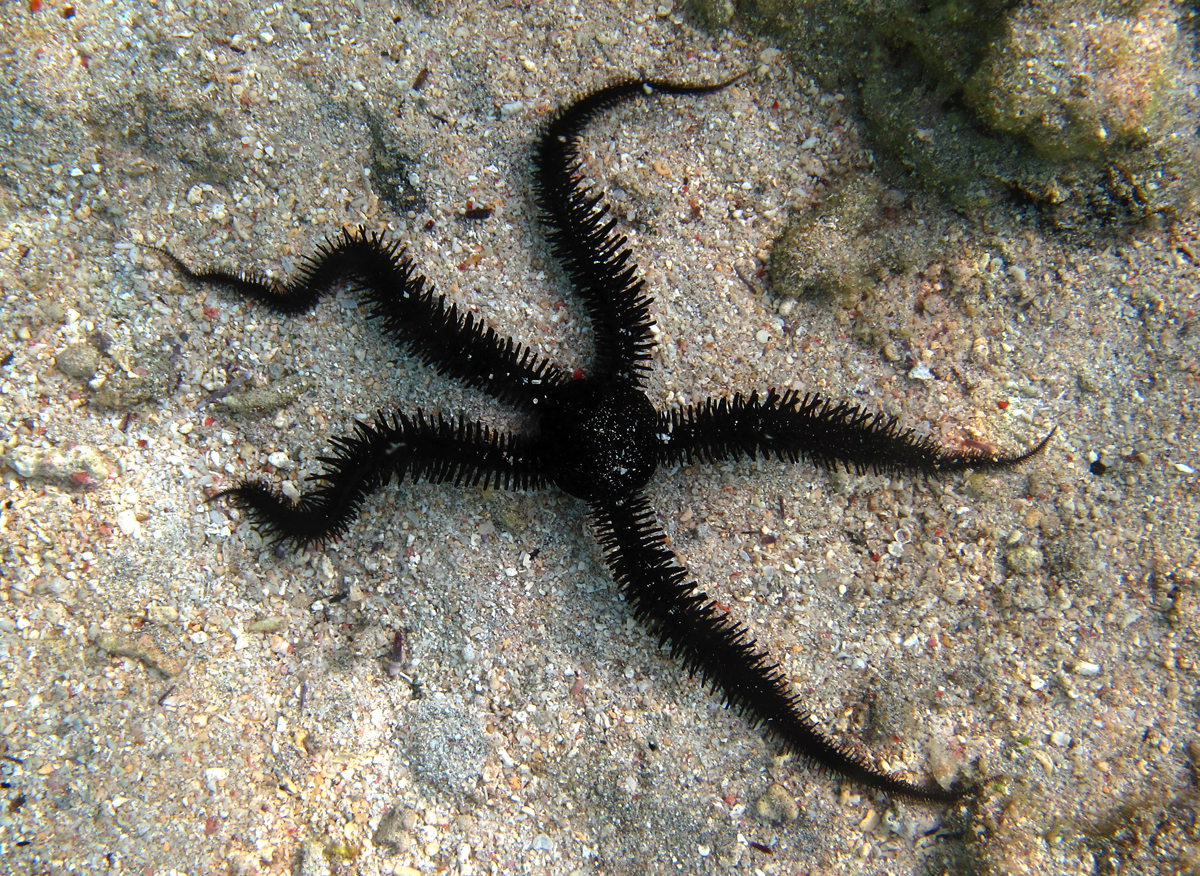
Ophiocoma cynthiae
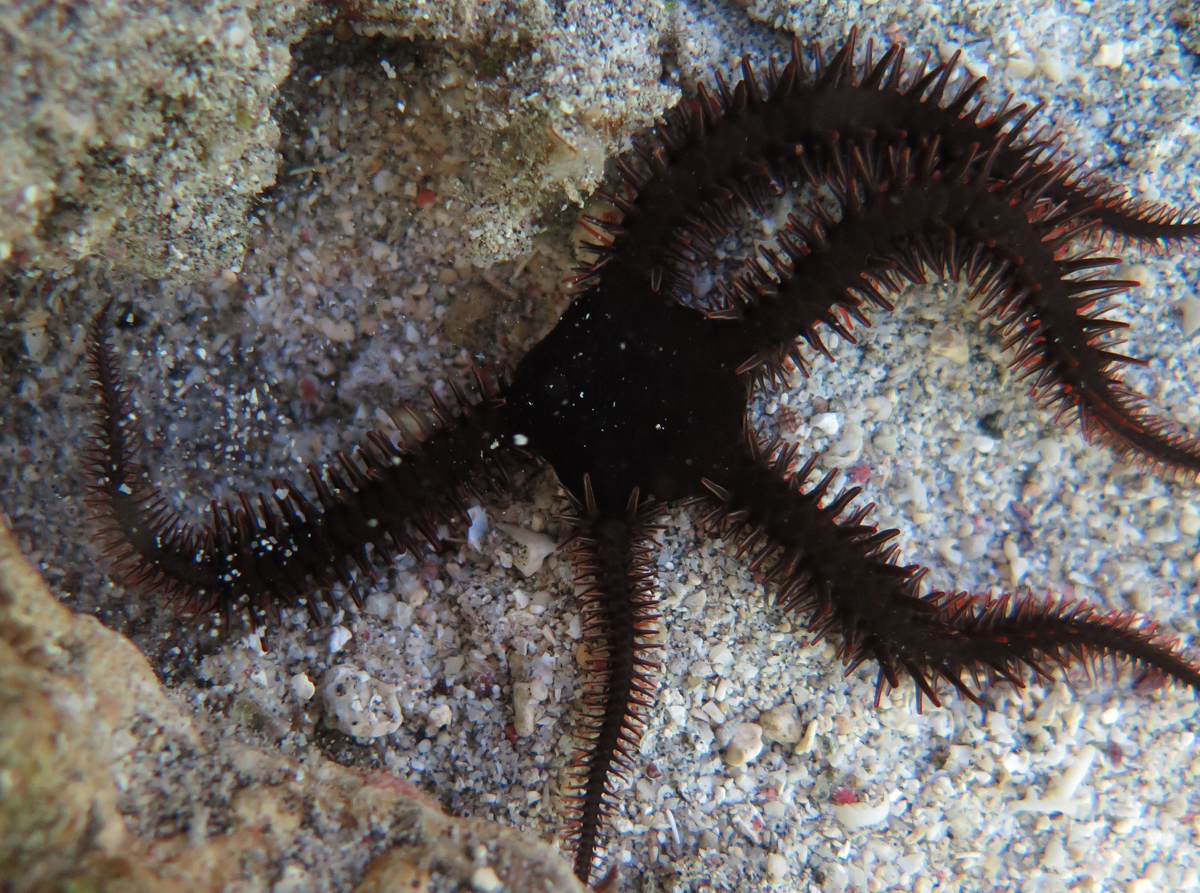
Ophiure noire (Ophiocoma erinaceus)
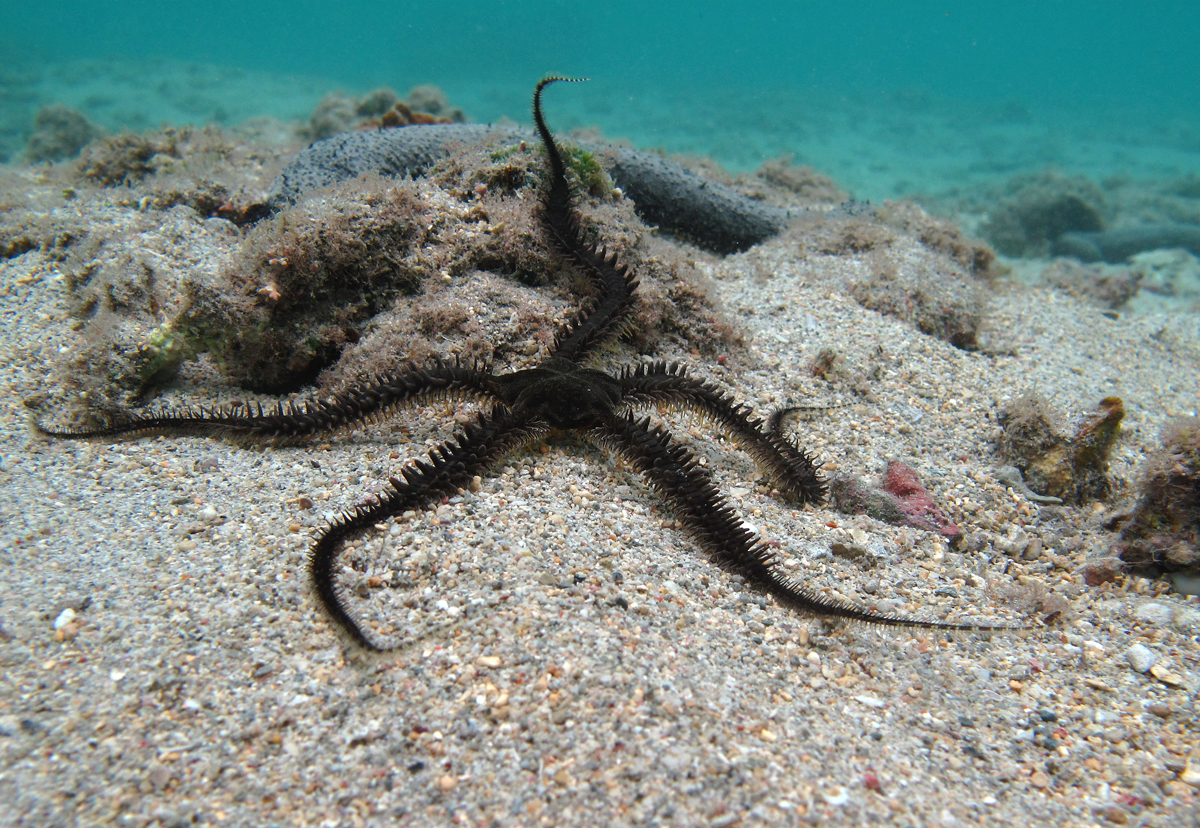
Ophiure du platier (Ophiocoma scolopendrina)
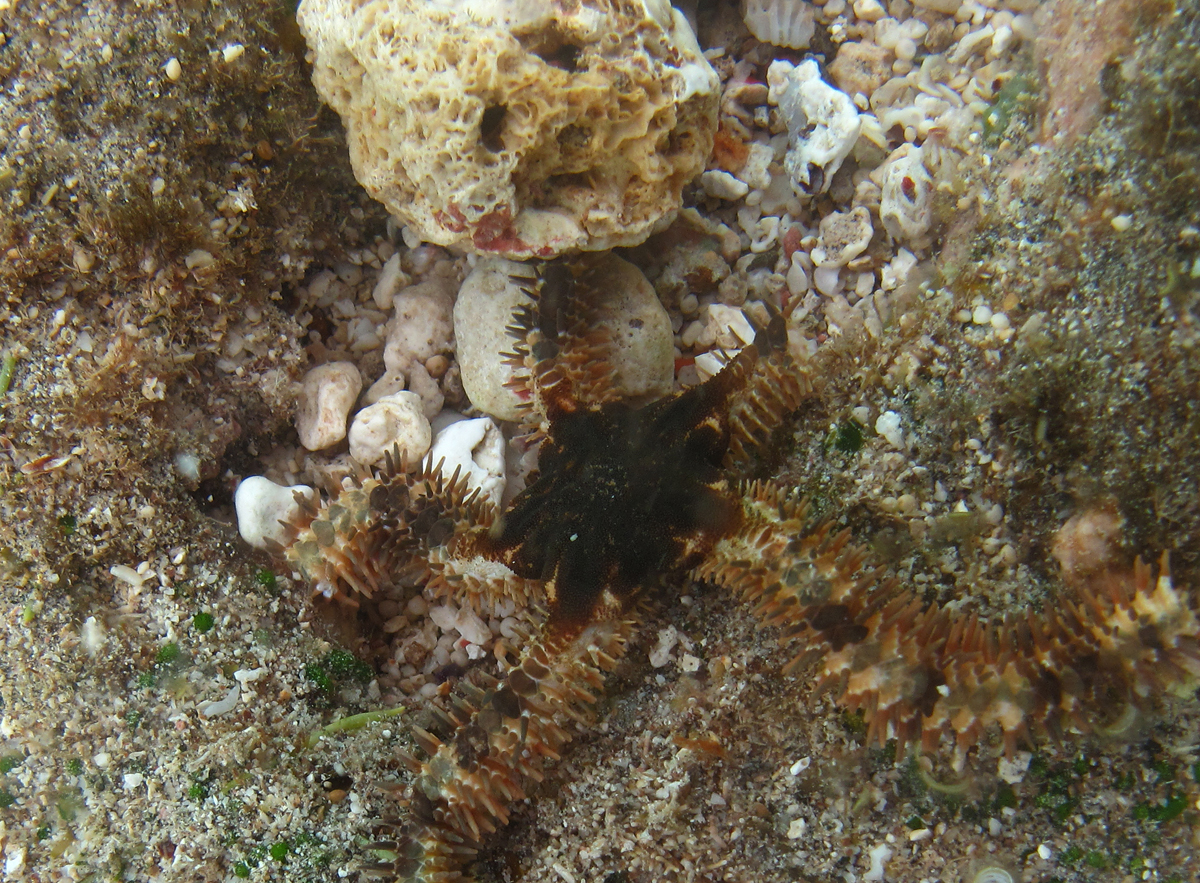
Une Ophiocomidae non identifiée.
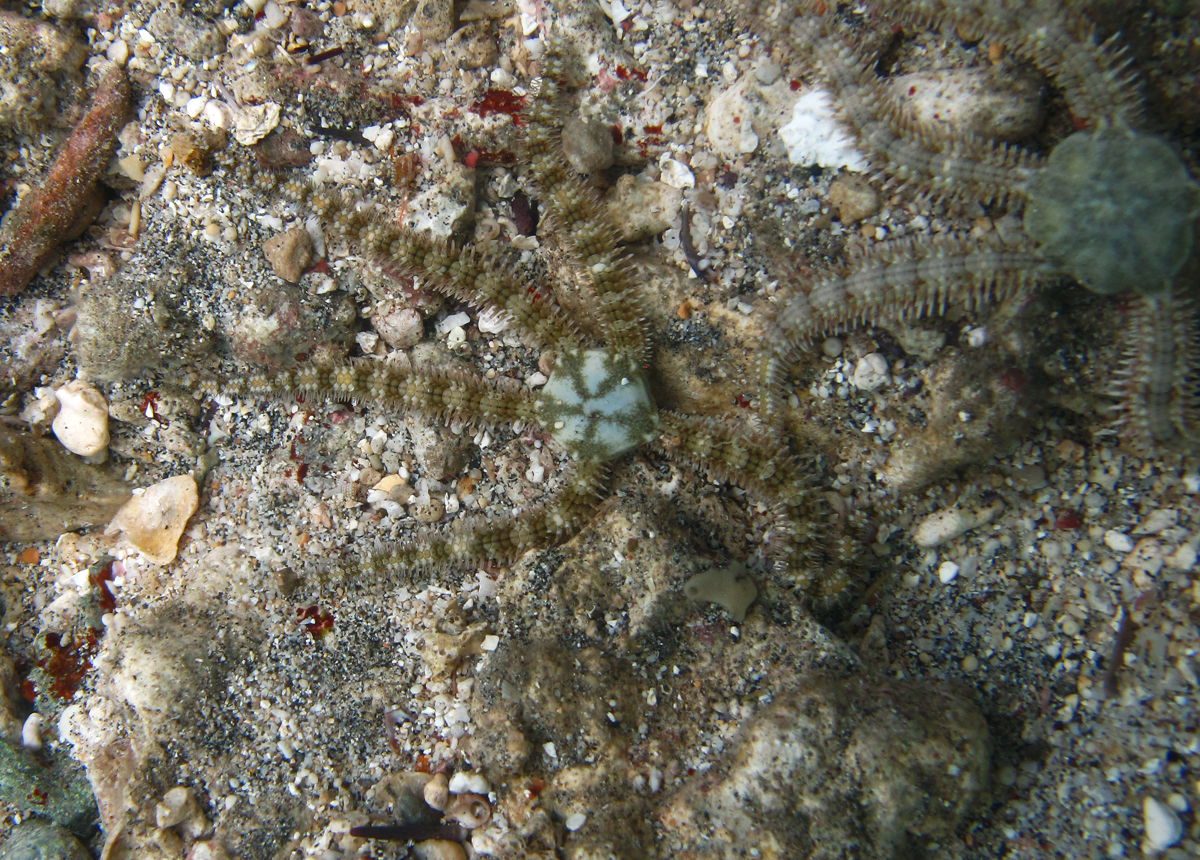
Une Ophiocomidae non identifiée.
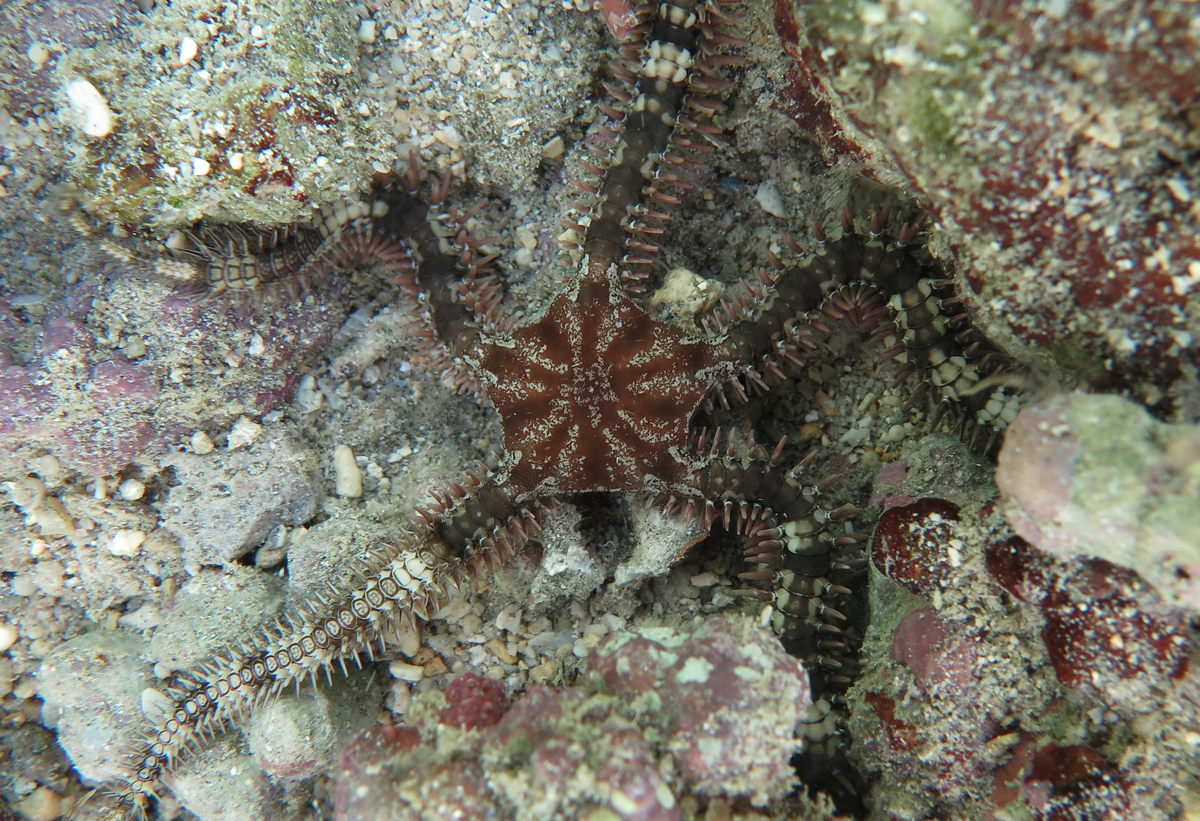
Une Ophiocomidae non identifiée.
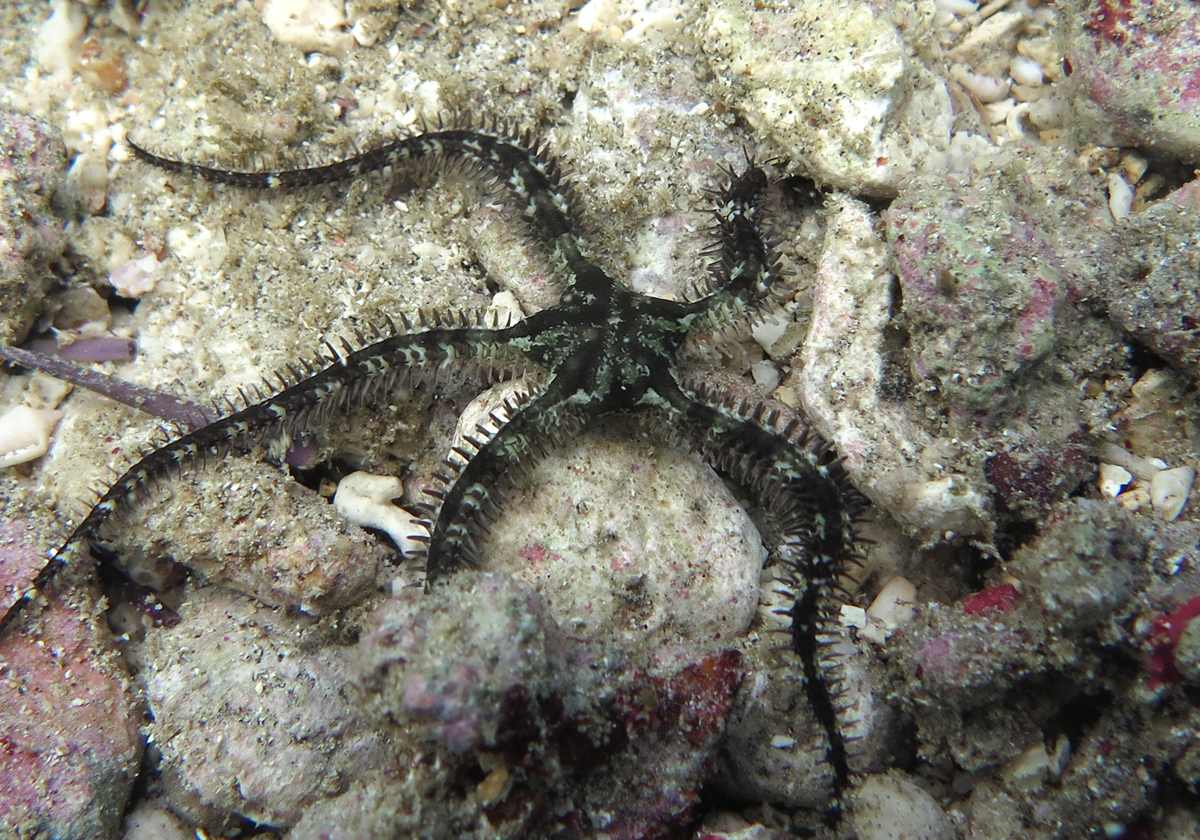
Une Ophiocomidae non identifiée.
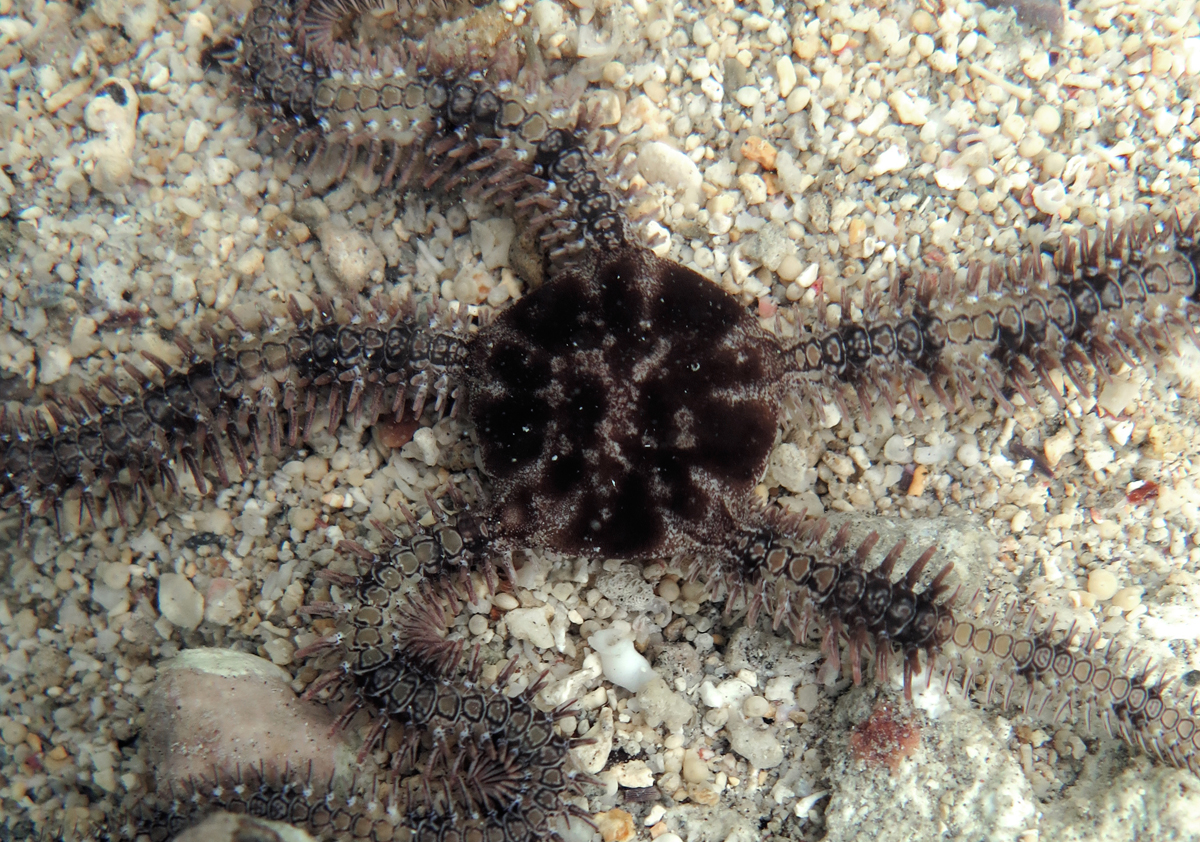
Une Ophiocomidae non identifiée.
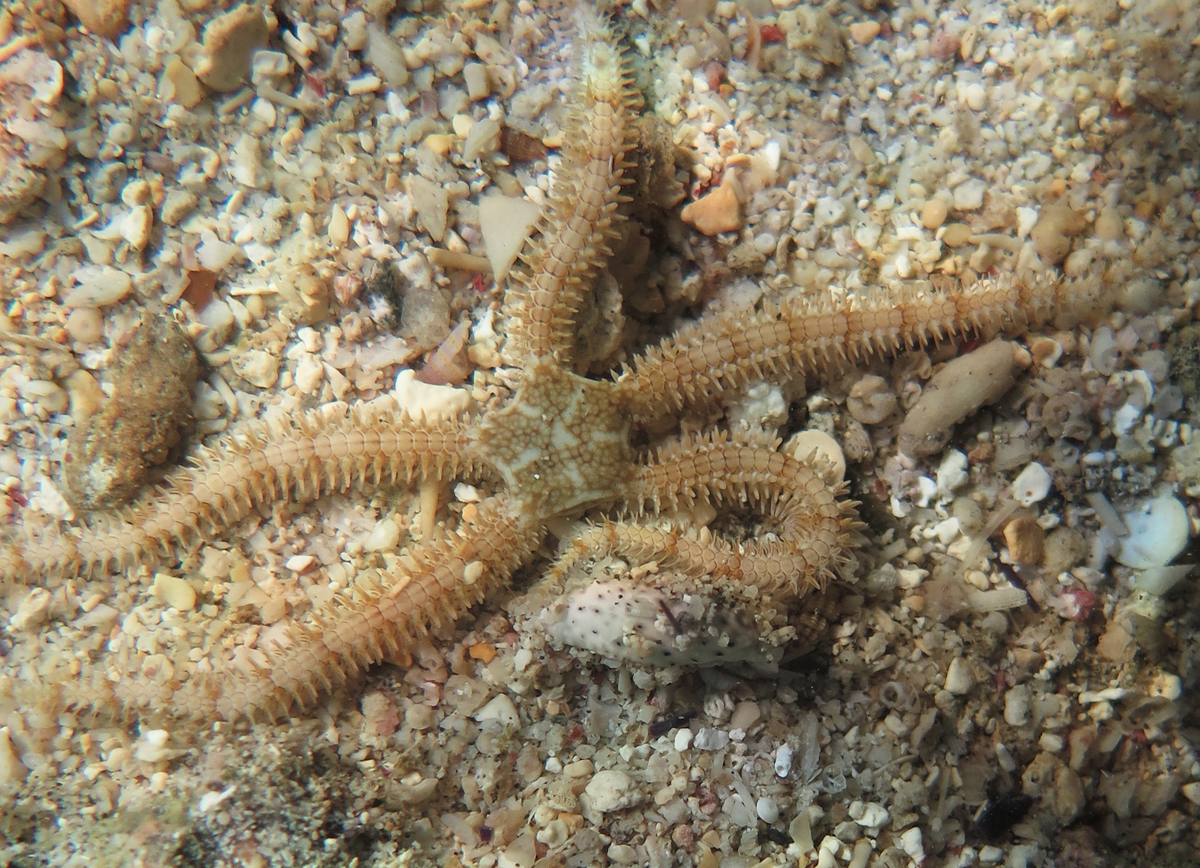
Une Ophiocomidae non identifiée.
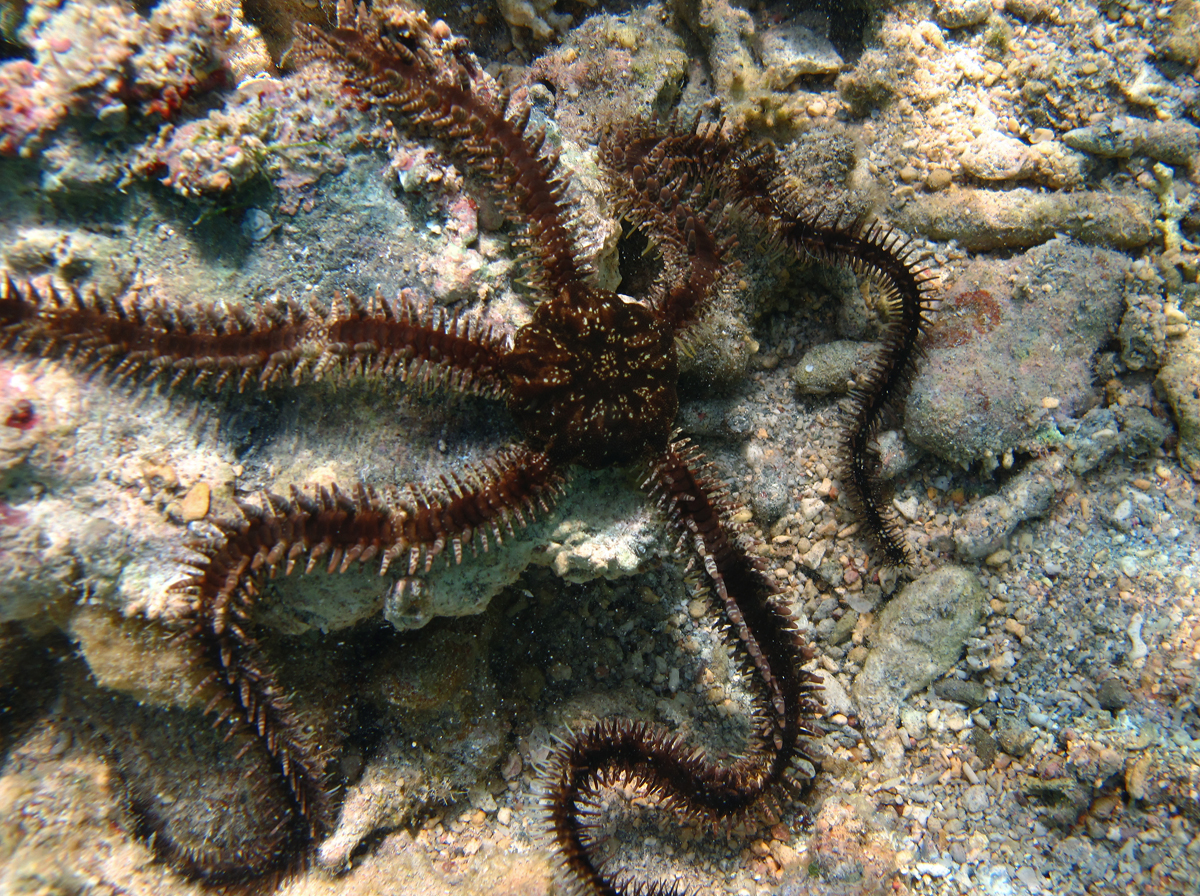
Une Ophiocomidae non identifiée.
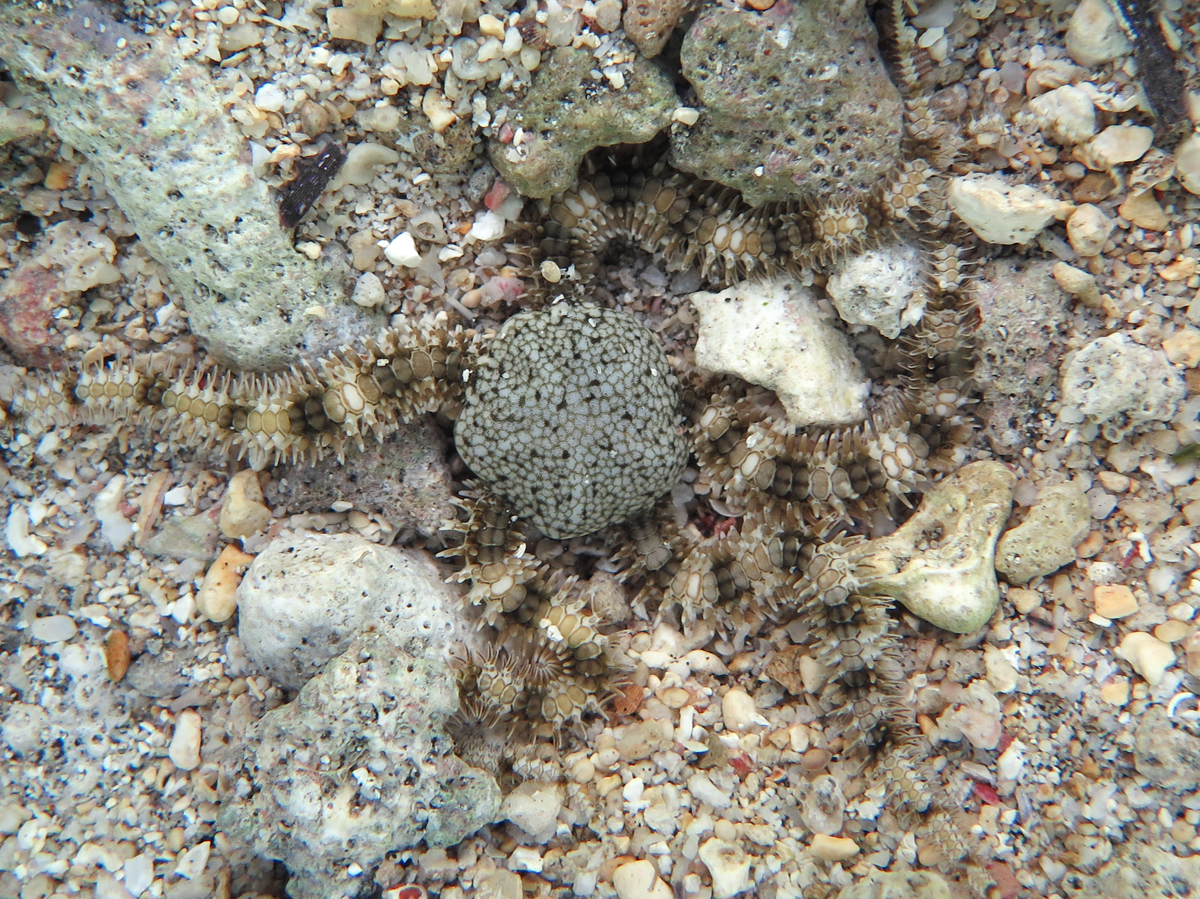
Une Ophiocomidae non identifiée.
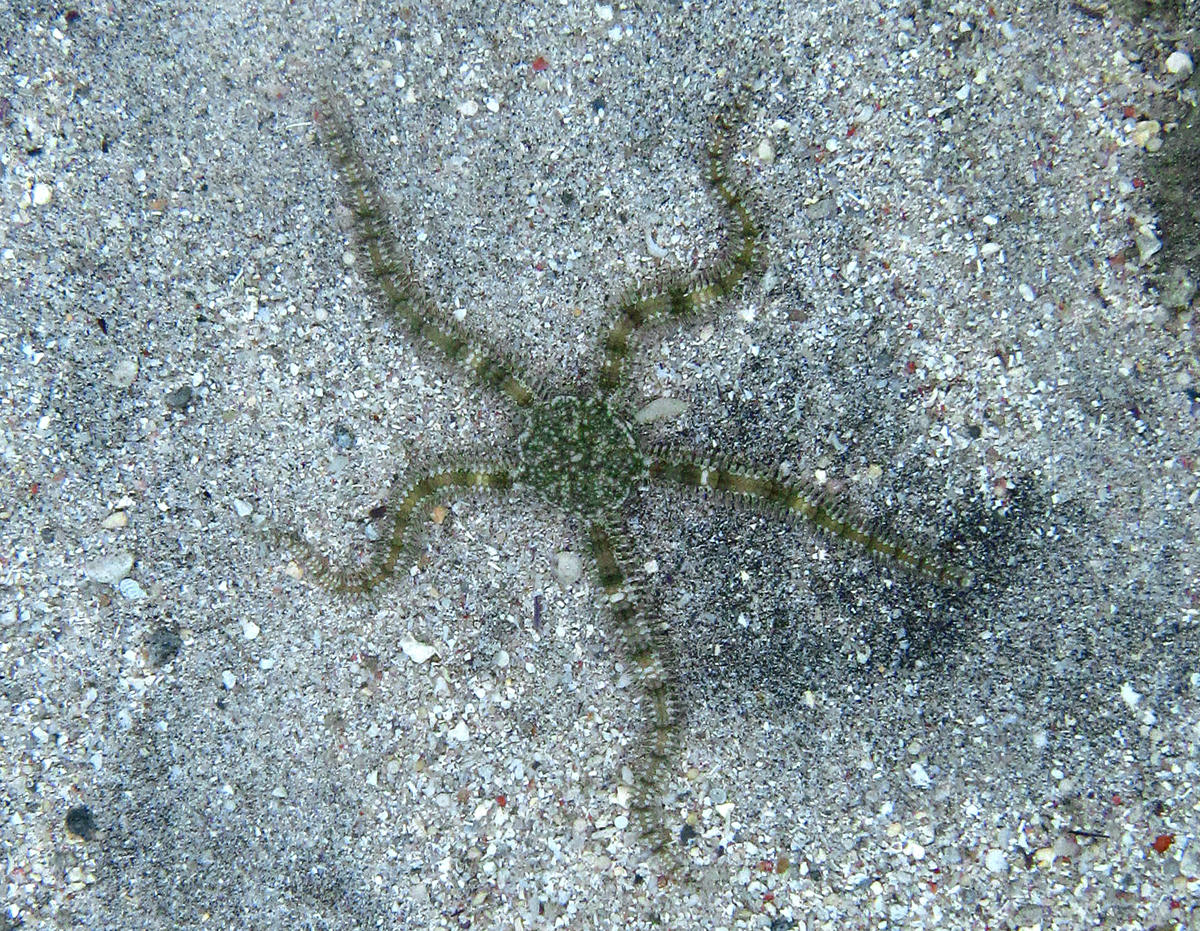
Une Ophiocomidae non identifiée.
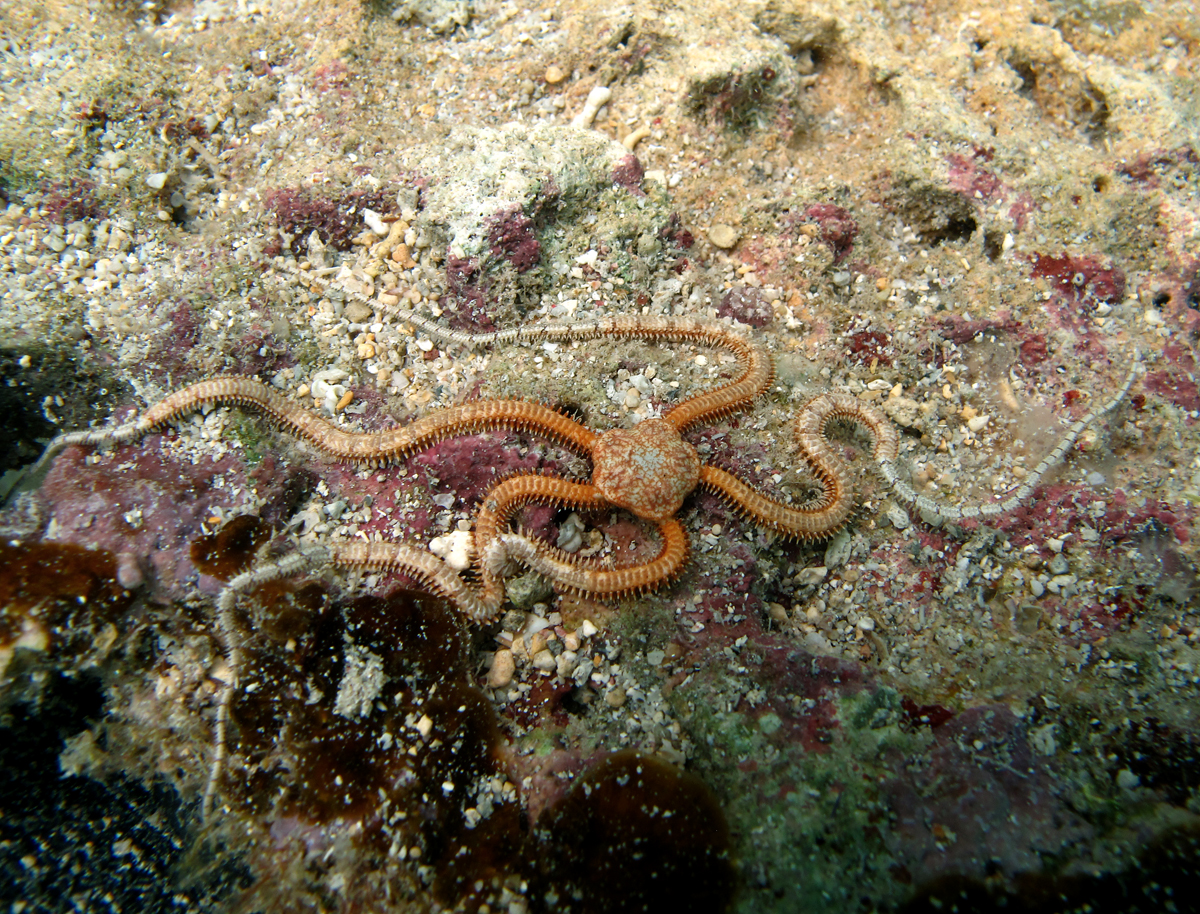
Complexe Ophionereis porrecta
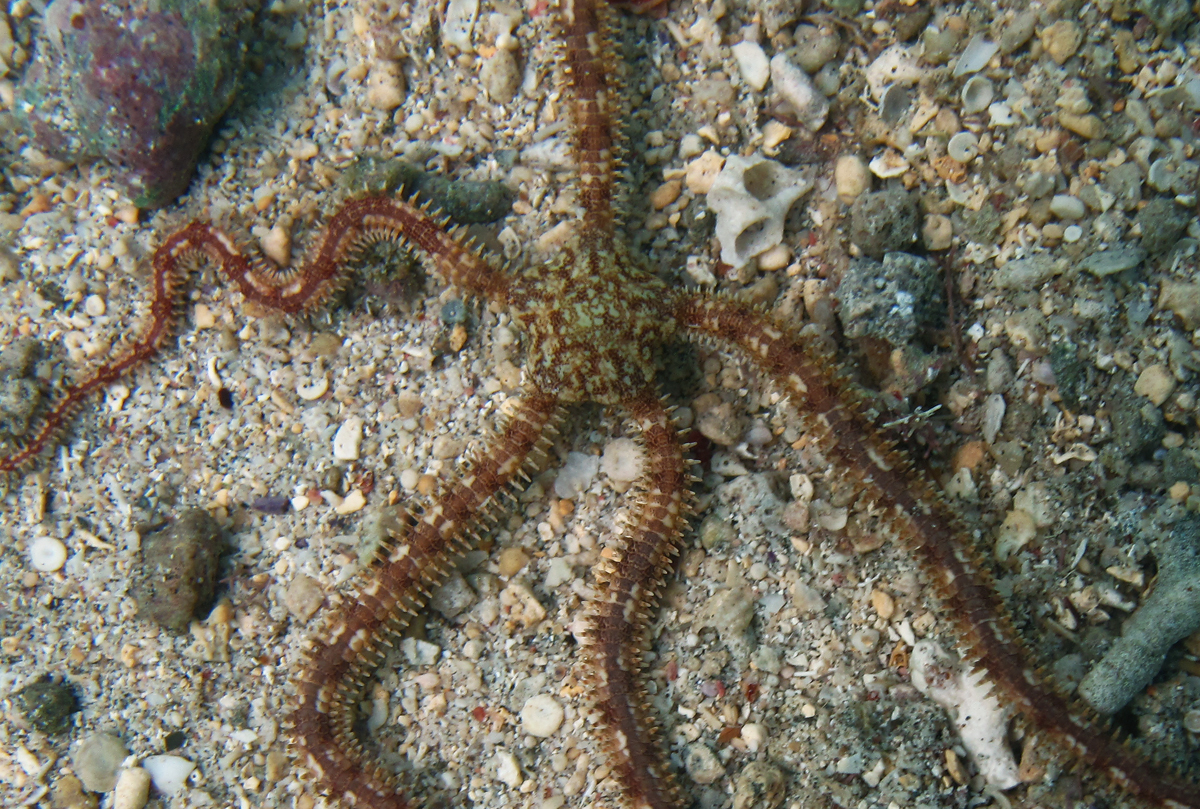
Complexe Ophionereis porrecta
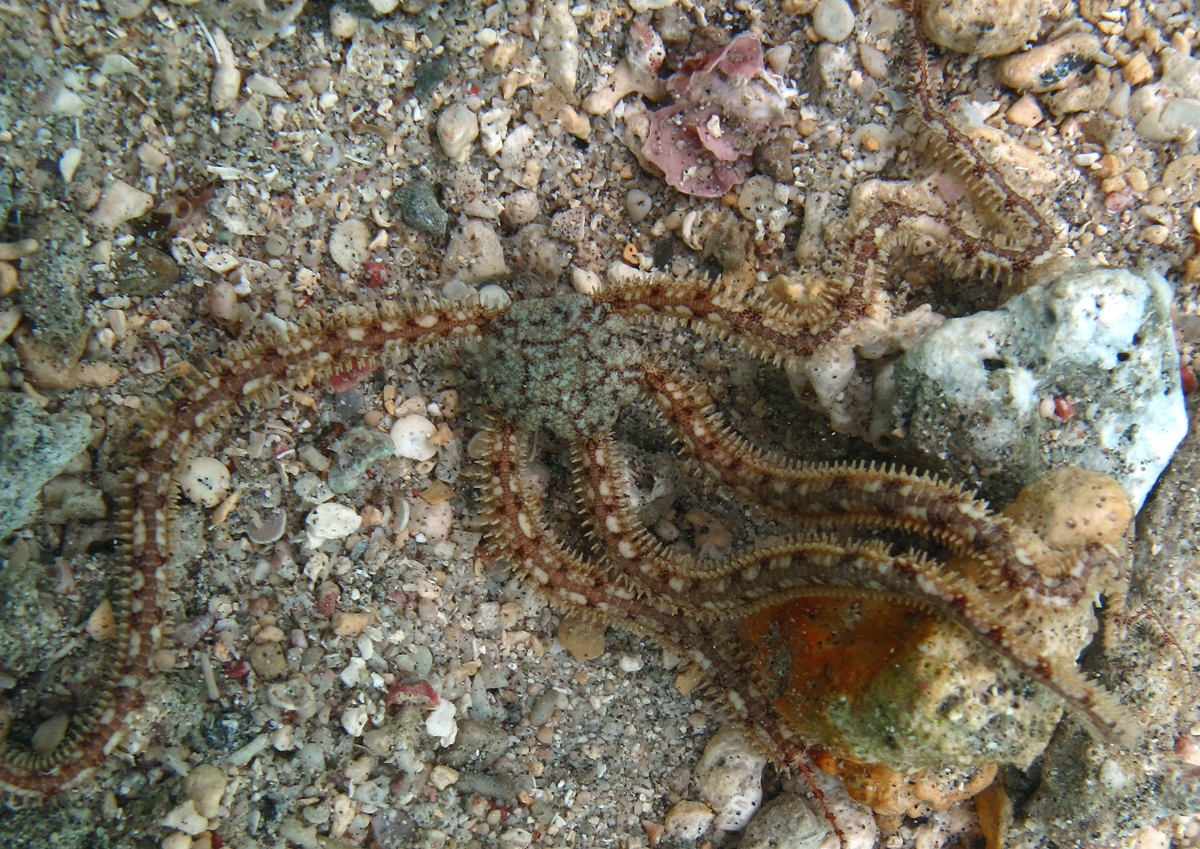
Complexe Ophionereis porrecta
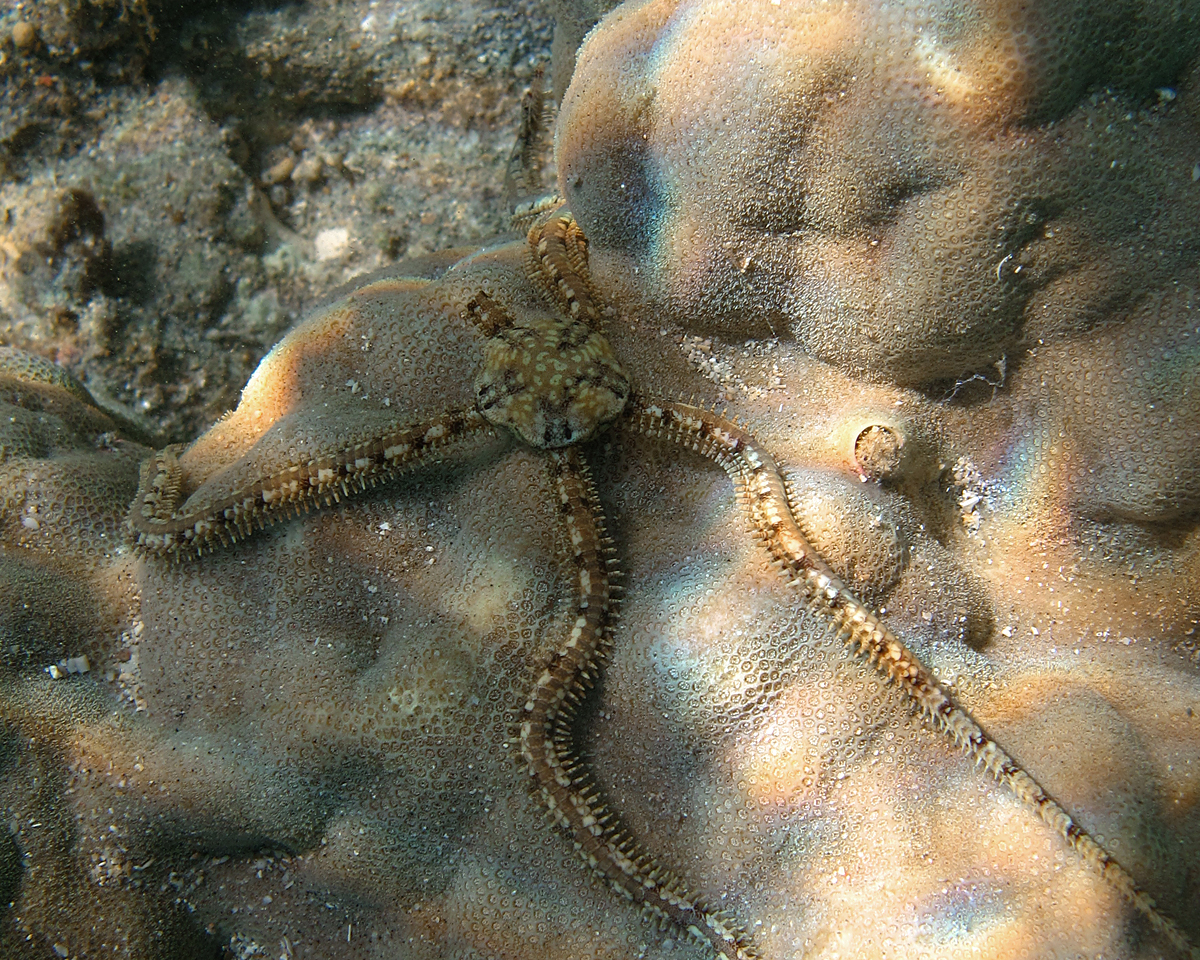
Complexe Ophionereis porrecta?
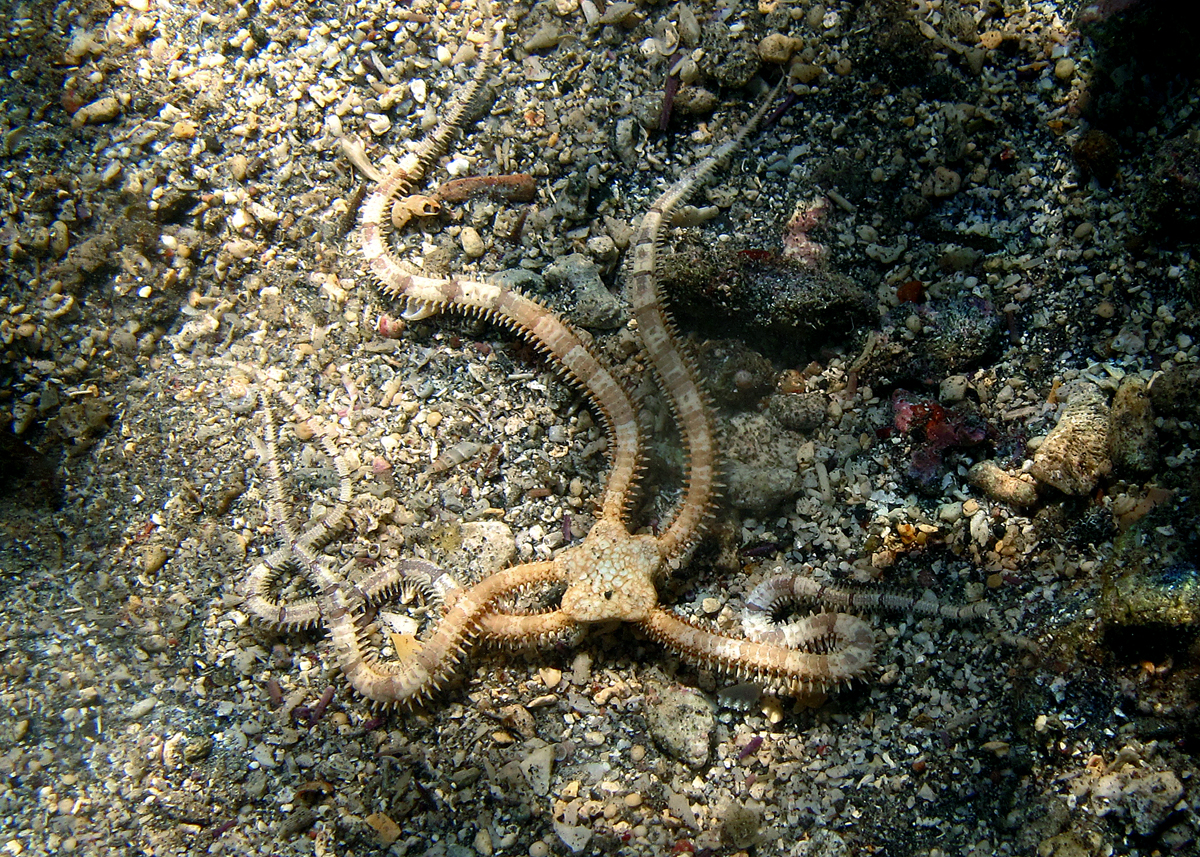
Complexe Ophionereis porrecta?
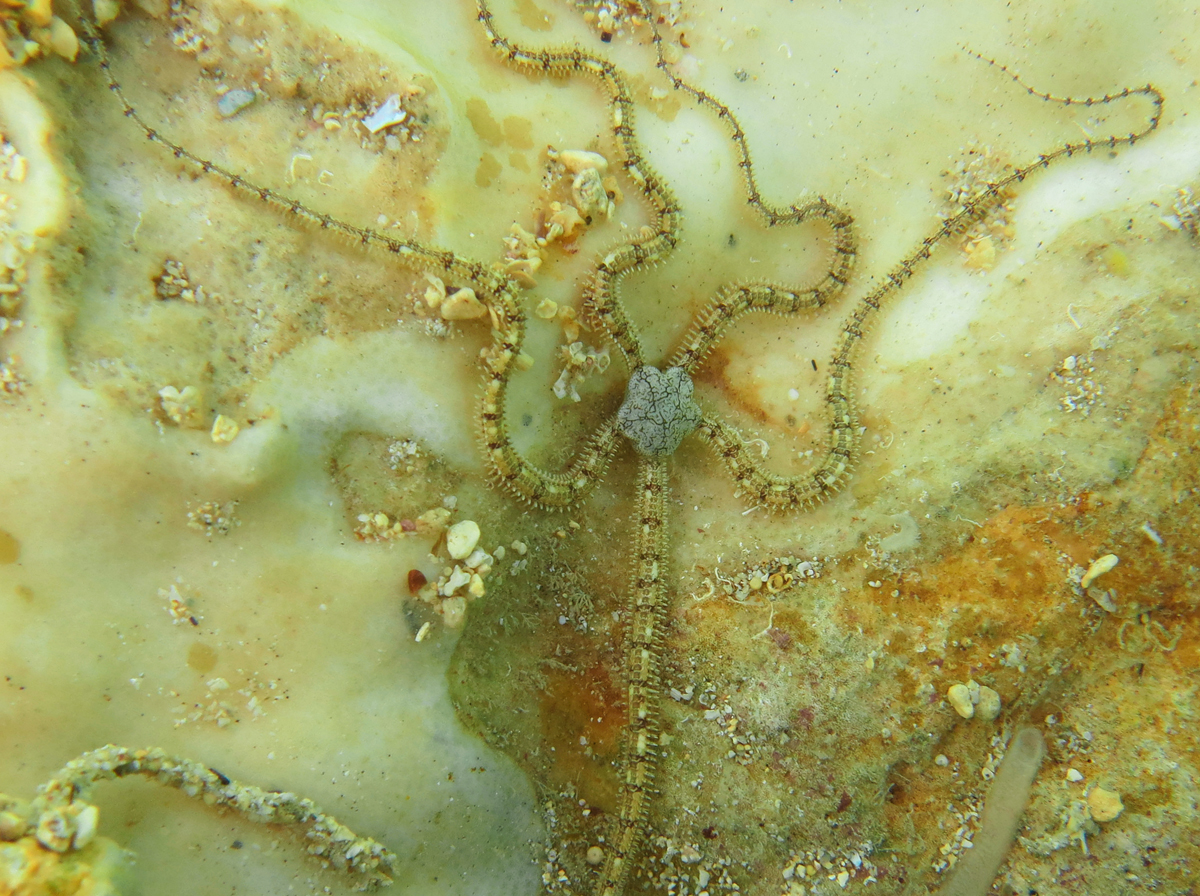
Ophionereis sp.?
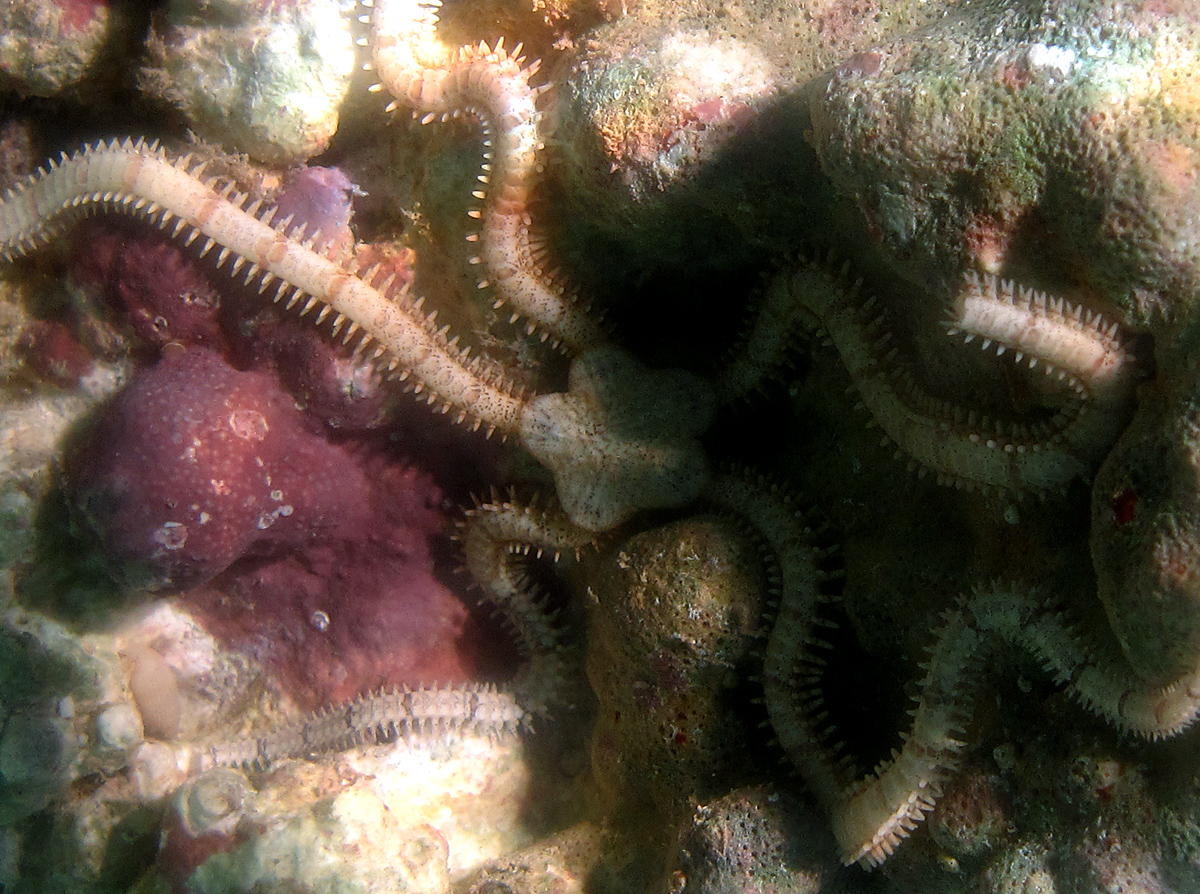
Ophionereis sp.?
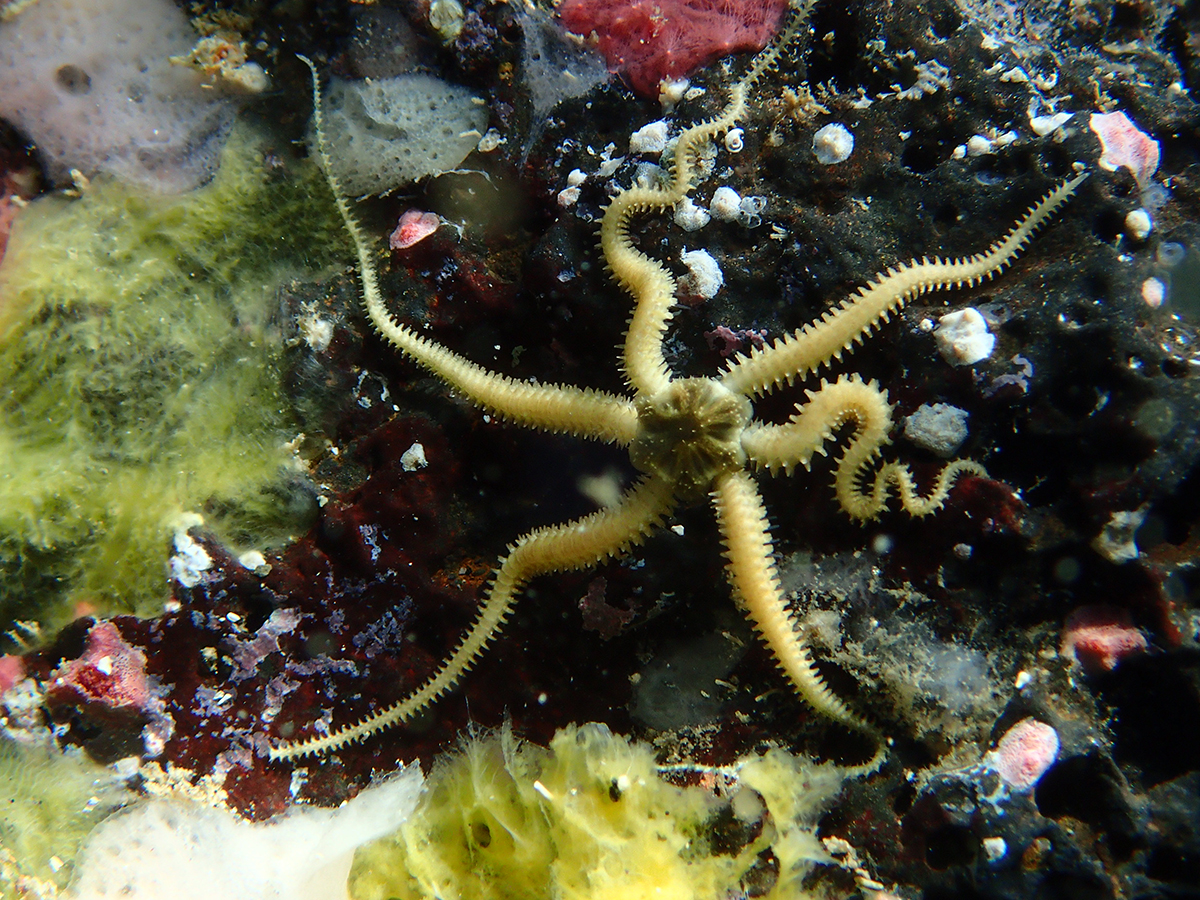
Ophiactis sp. (peut-être O. modesta)
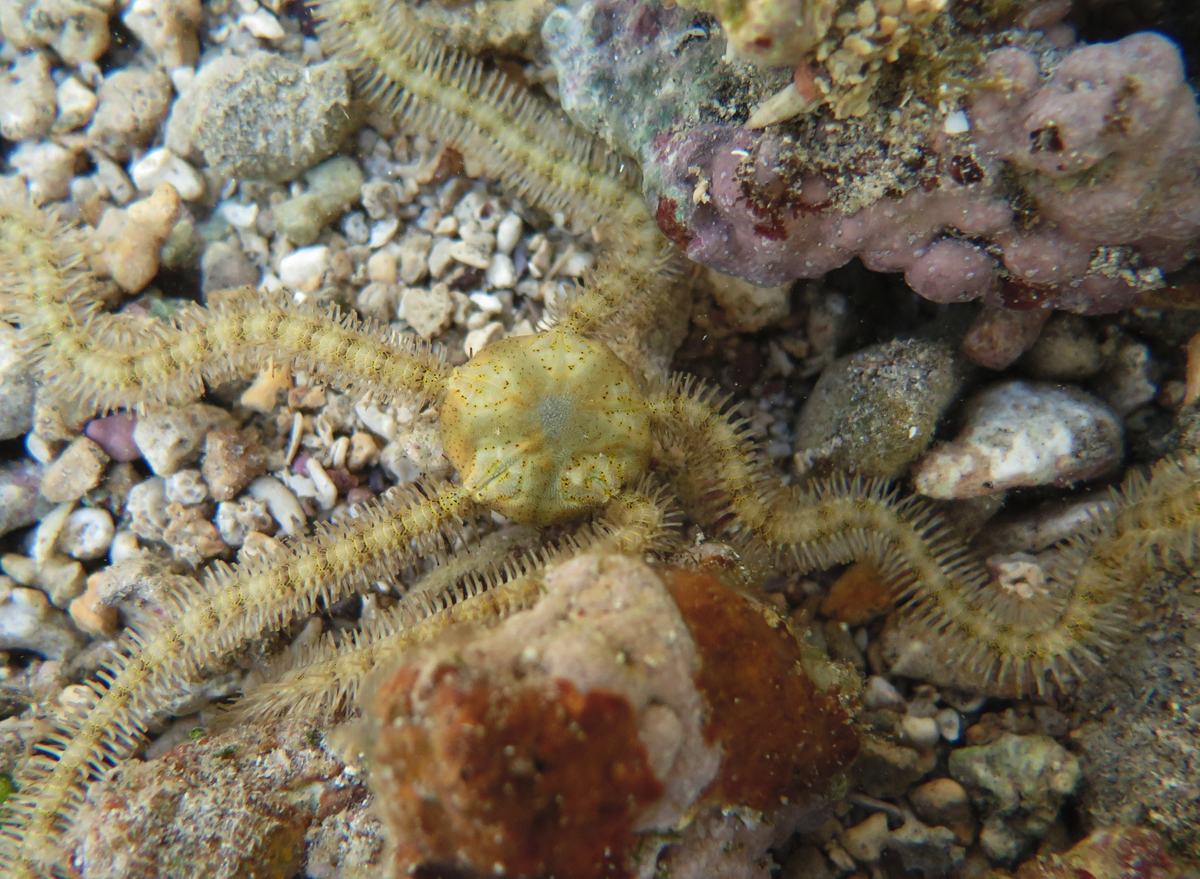
Macrophiothrix longipeda
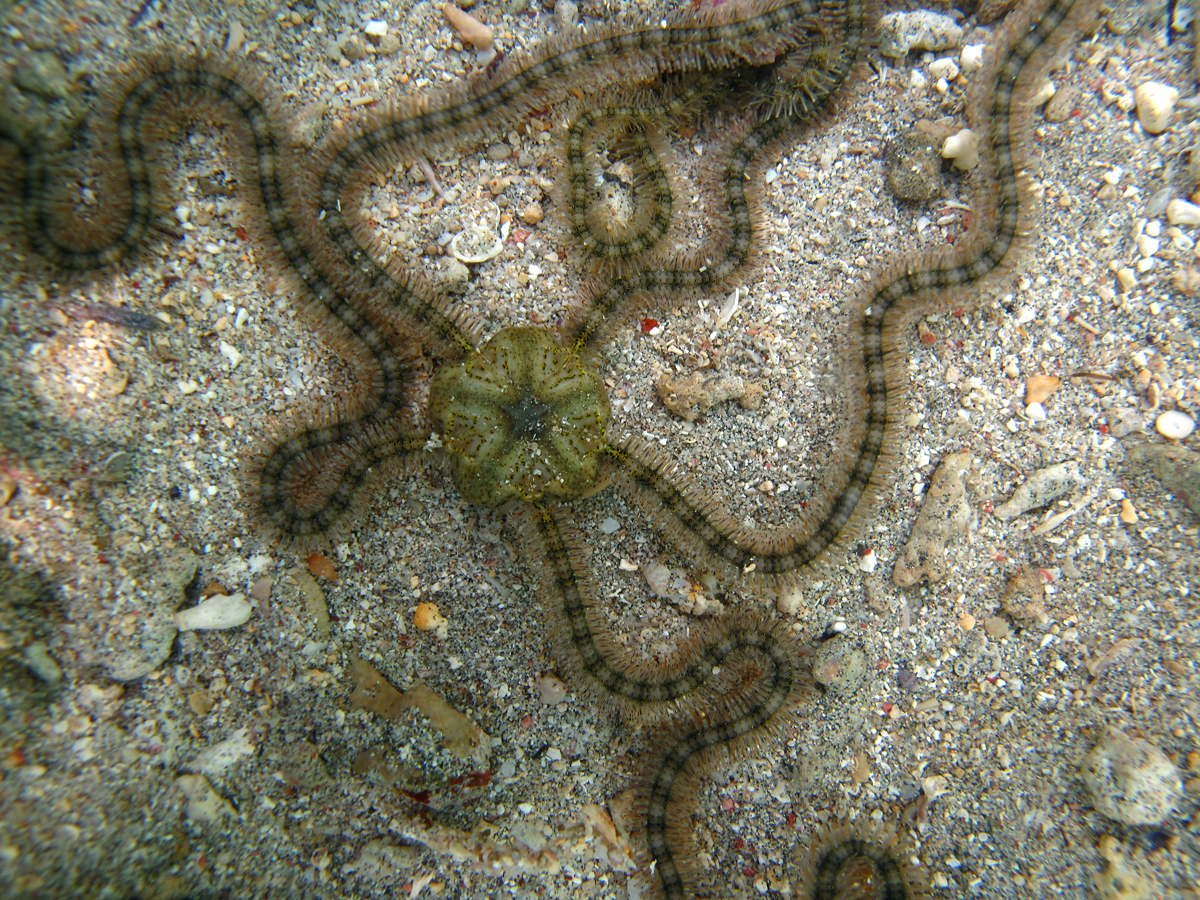
Espèce du complexe Macrophiothrix longipeda
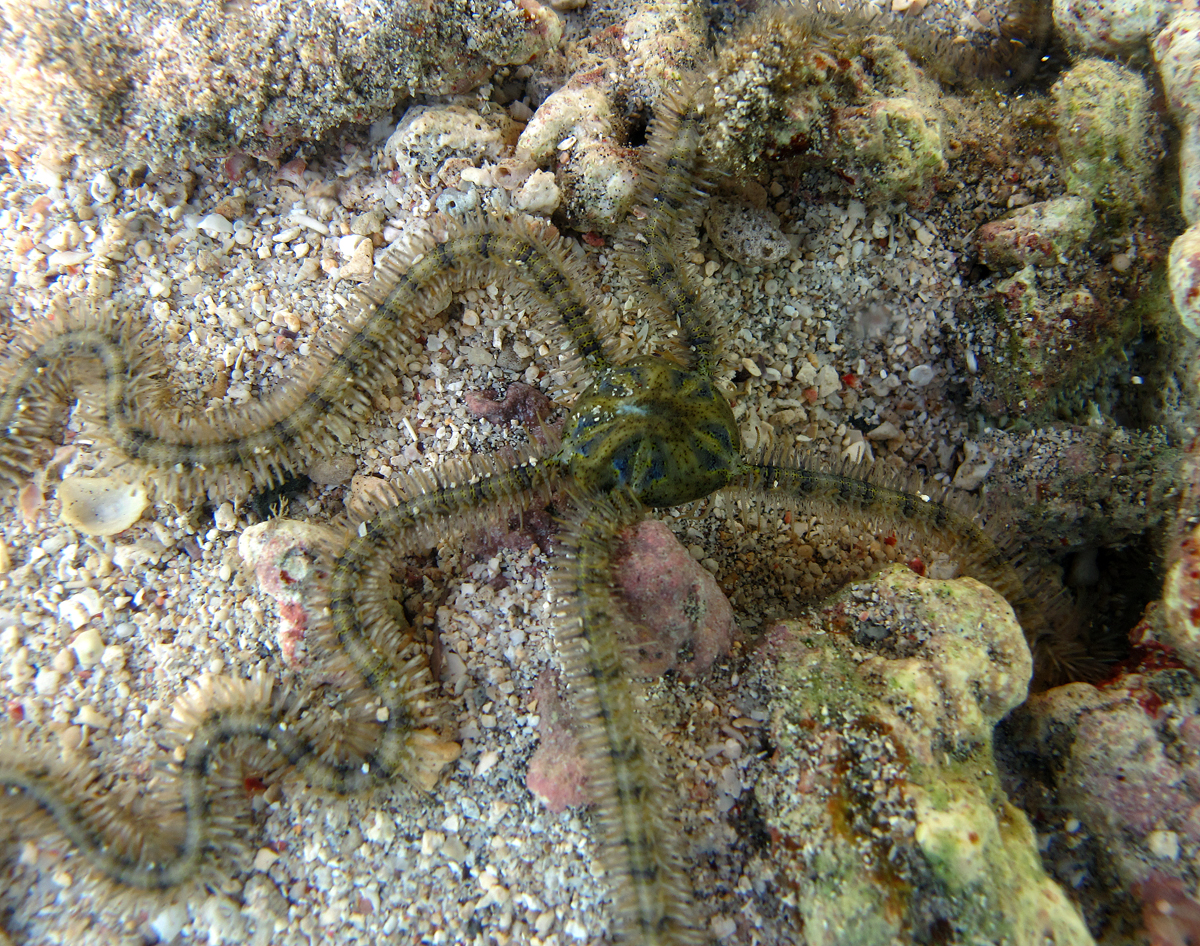
Espèce du complexe Macrophiothrix longipeda
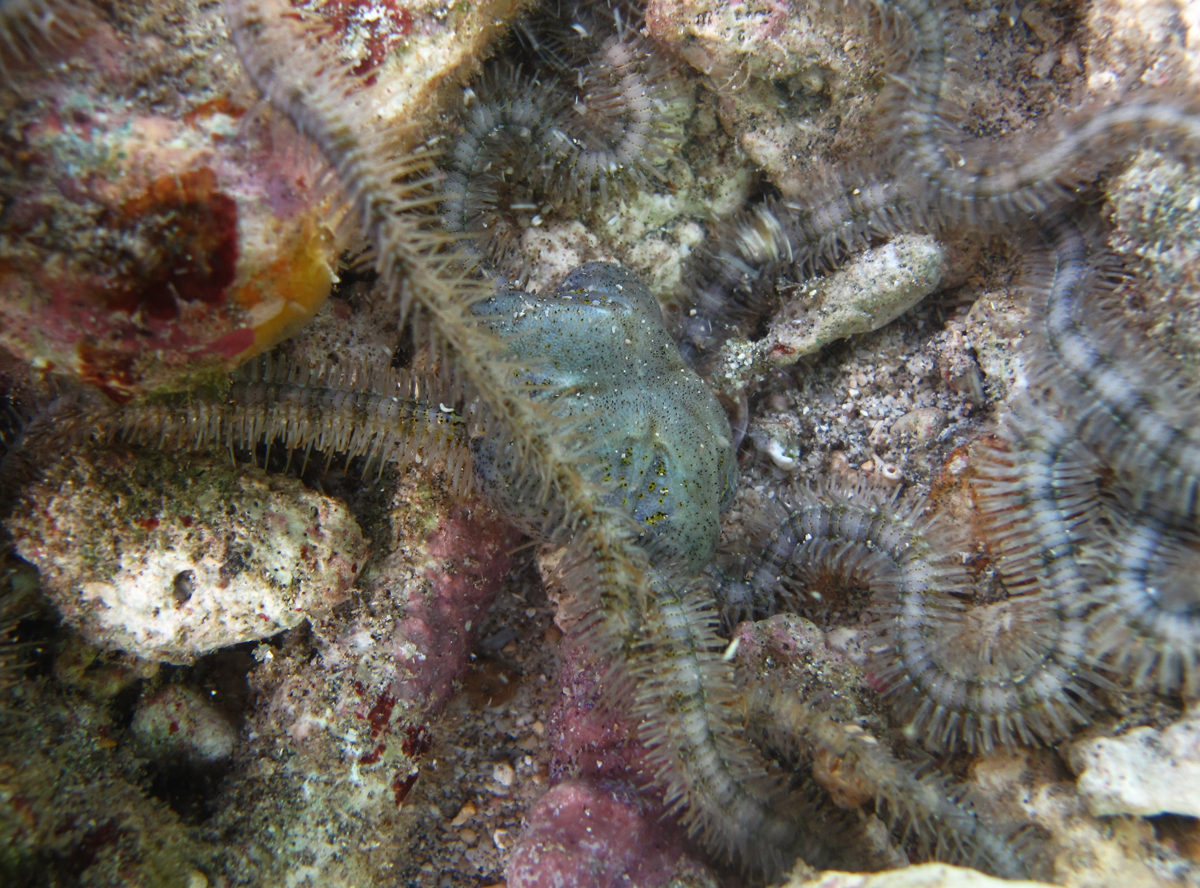
Macrophiothrix paucispina
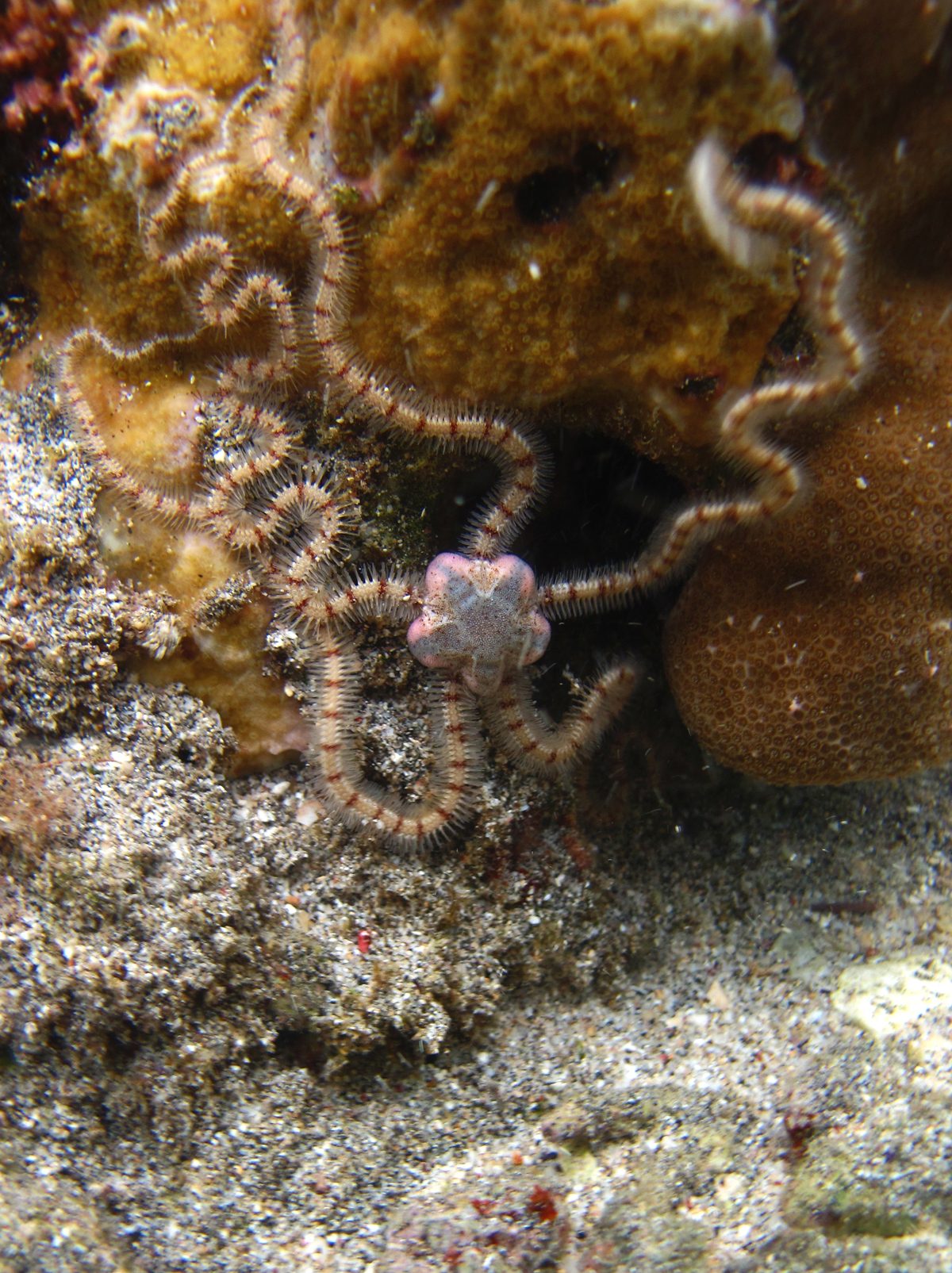
Macrophiothrix propinqua
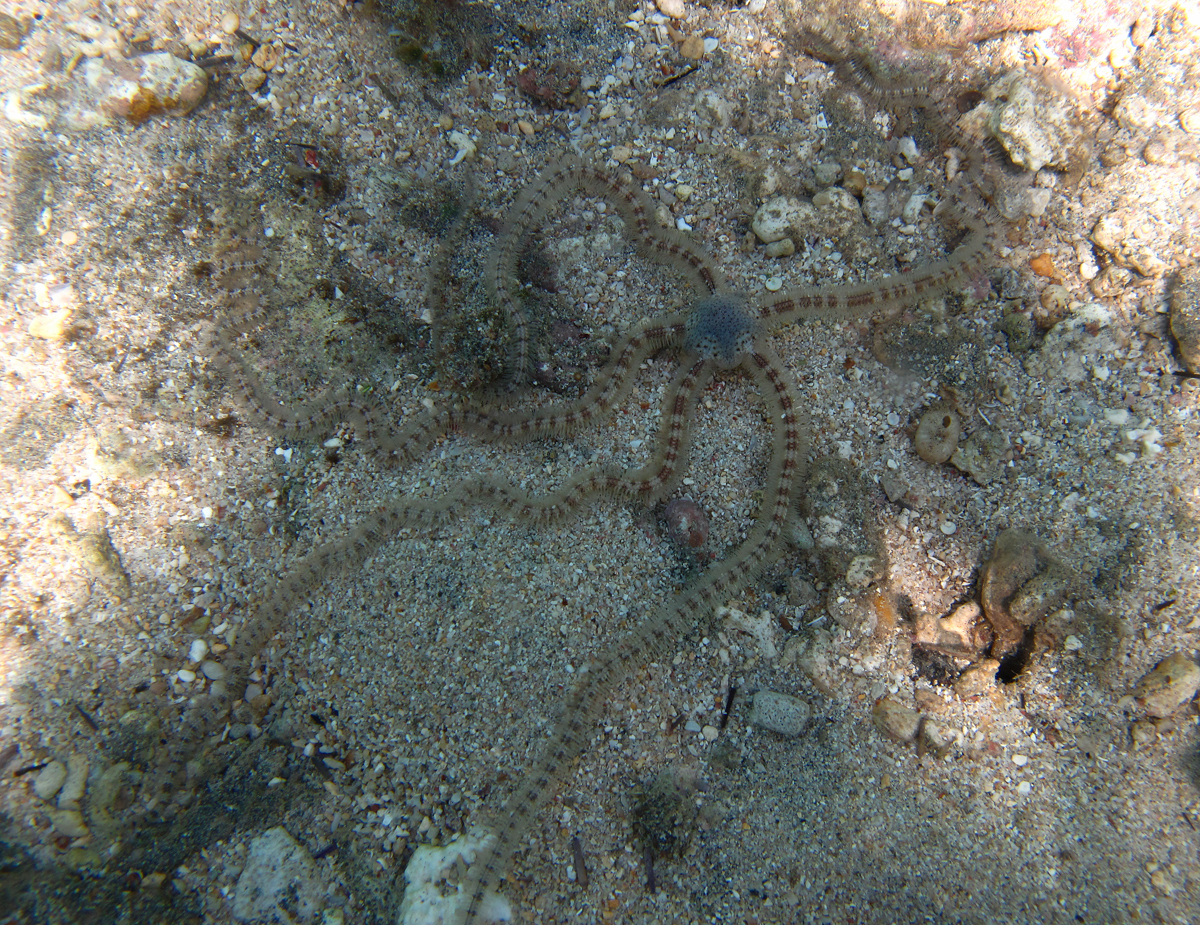
Macrophiothrix robillardi
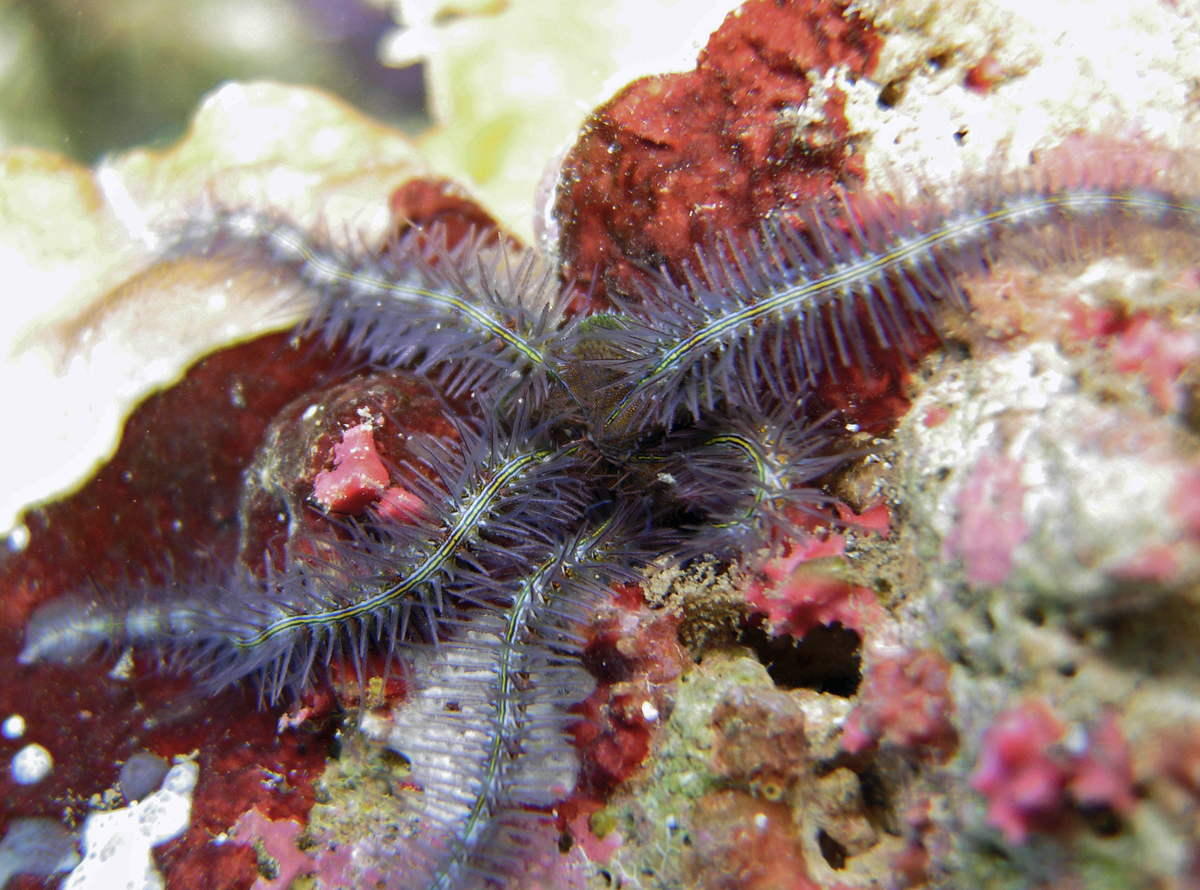
Espèce du complexe Ophiotrix trilineata?
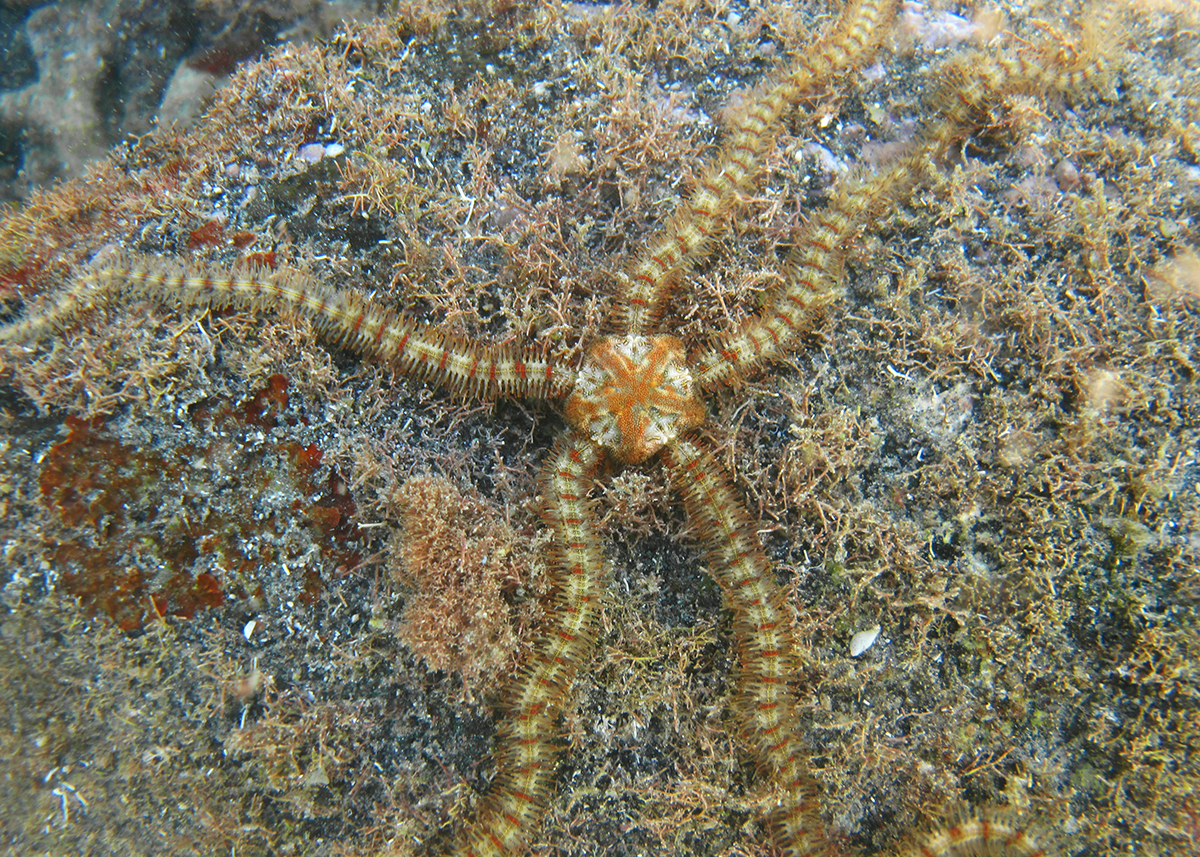
Macrophiothrix sp.
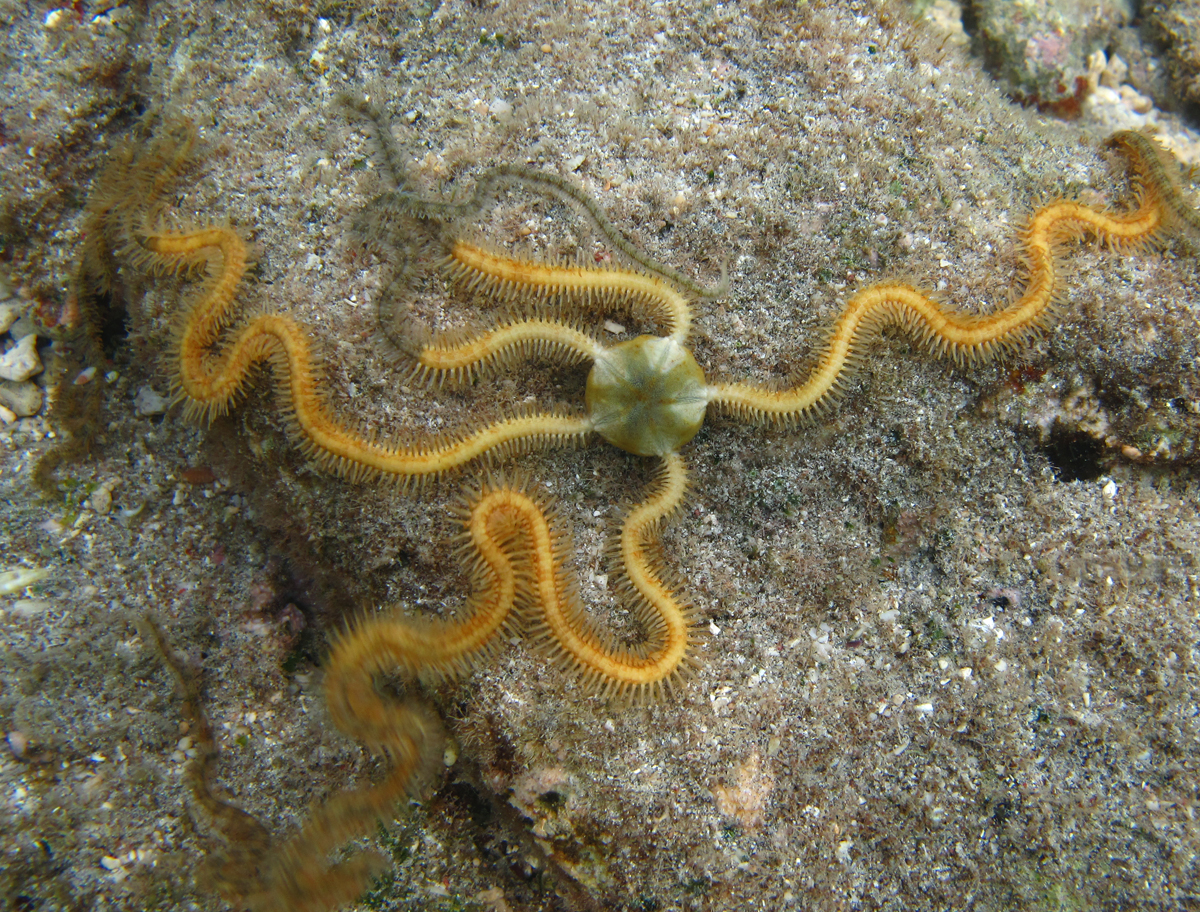
Macrophiothrix sp.
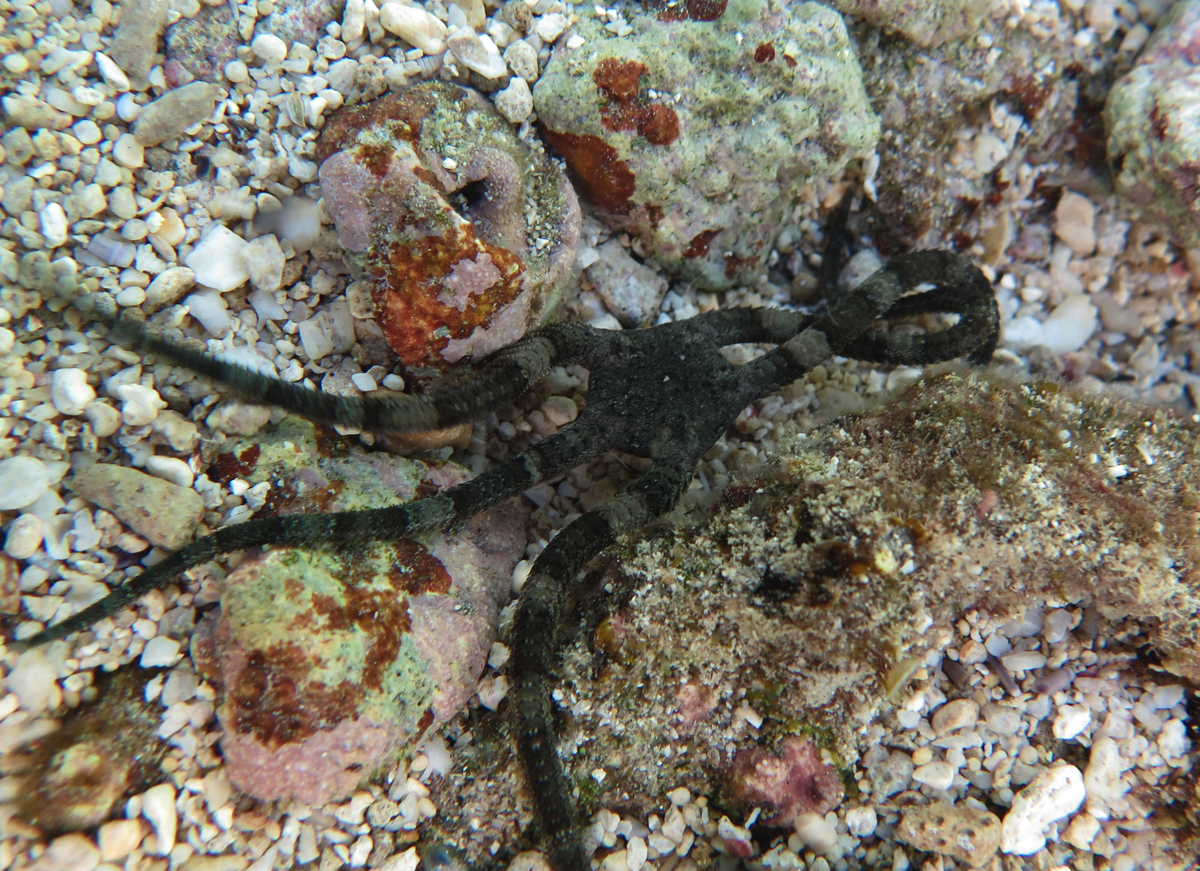
Ophiarachnella gorgonia
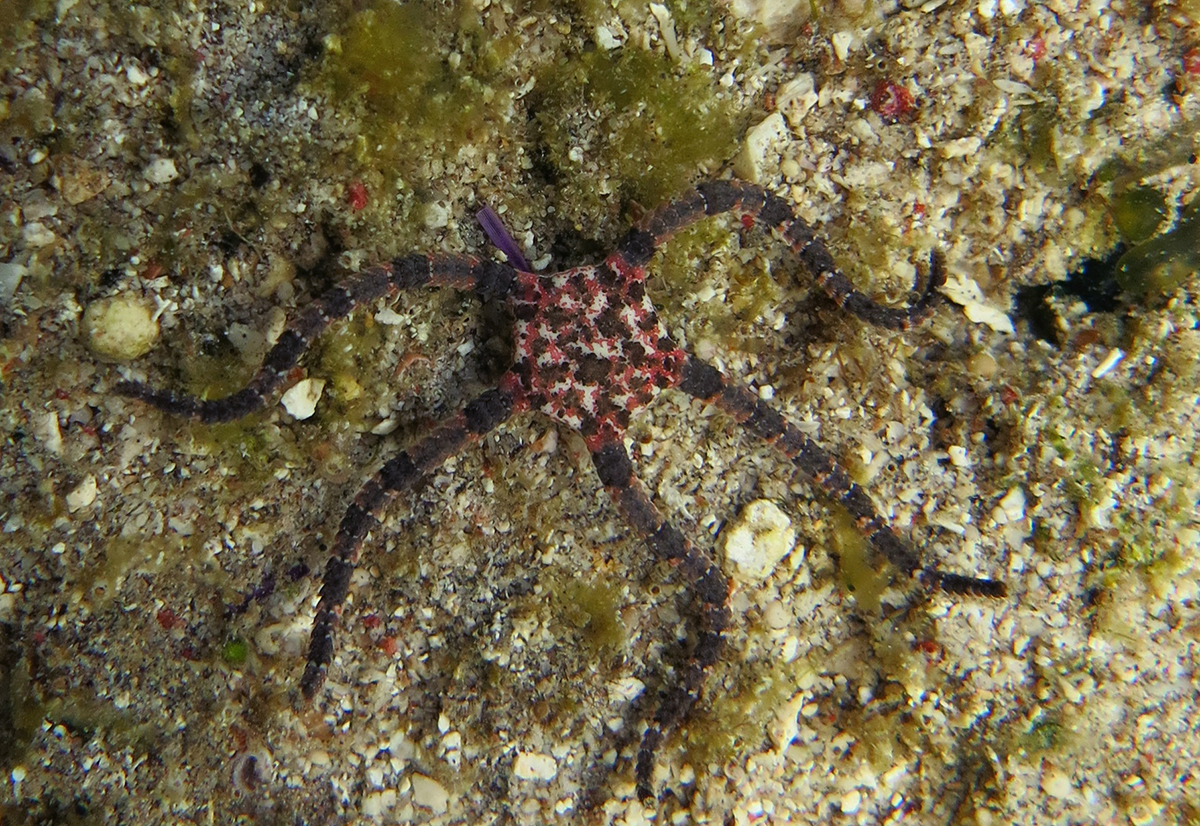
Ophiopeza cf. fallax
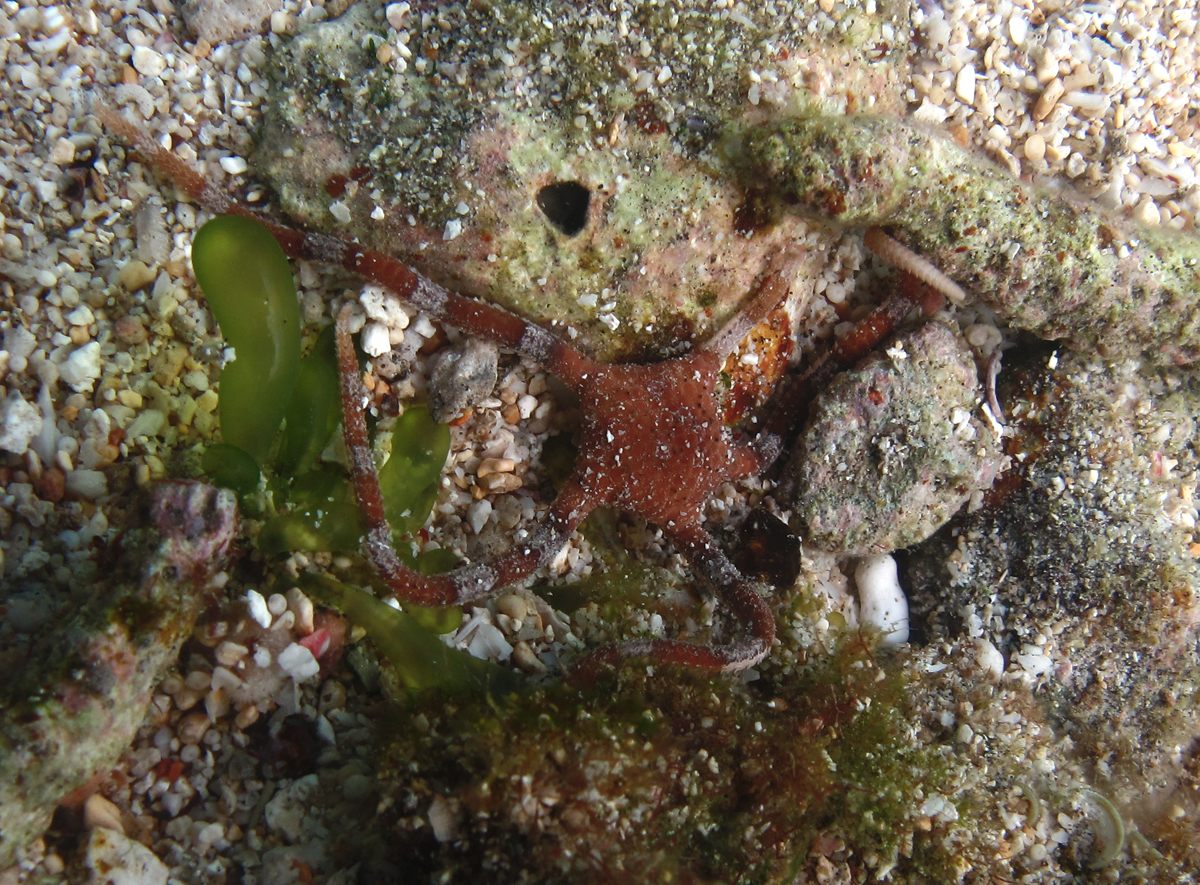
Ophiolepis cincta
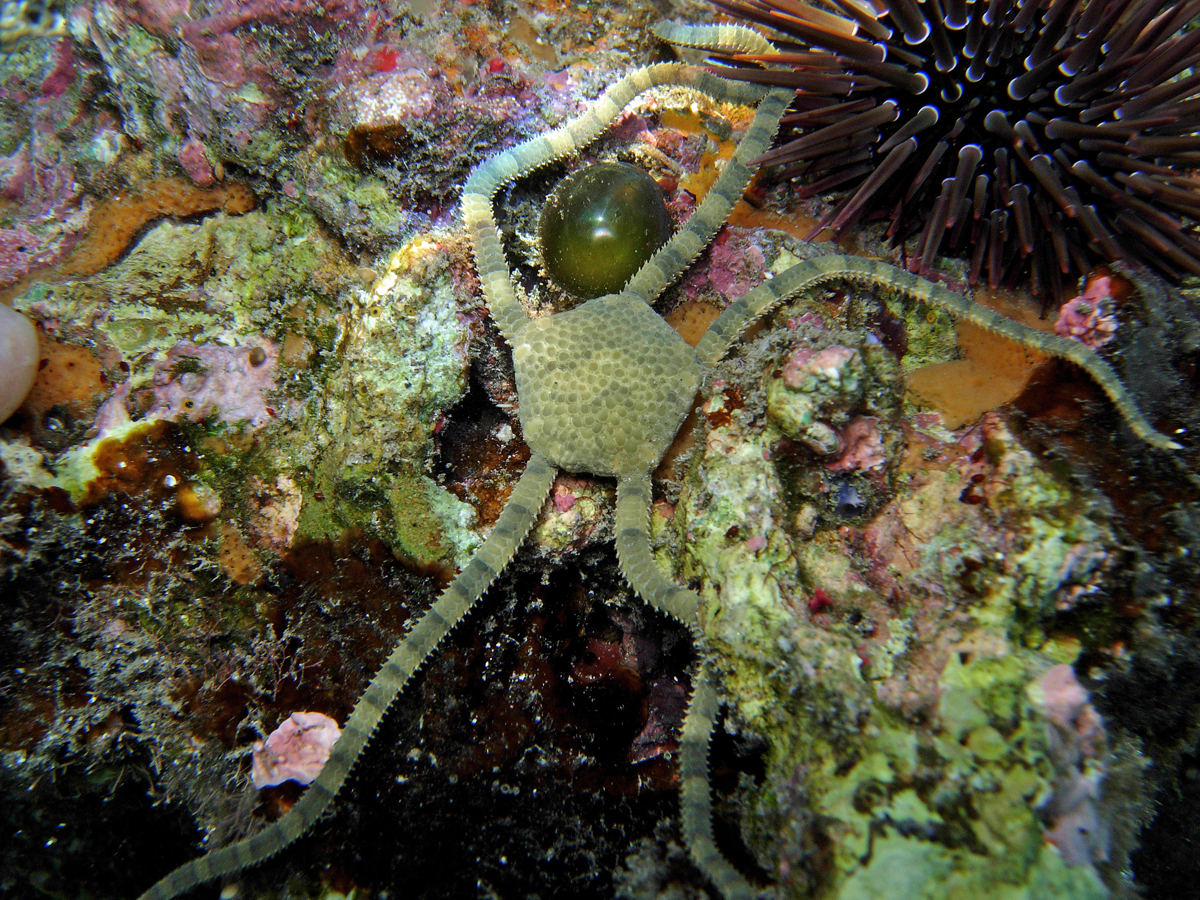
Complexe Ophiolepis cincta (sp. 2)?
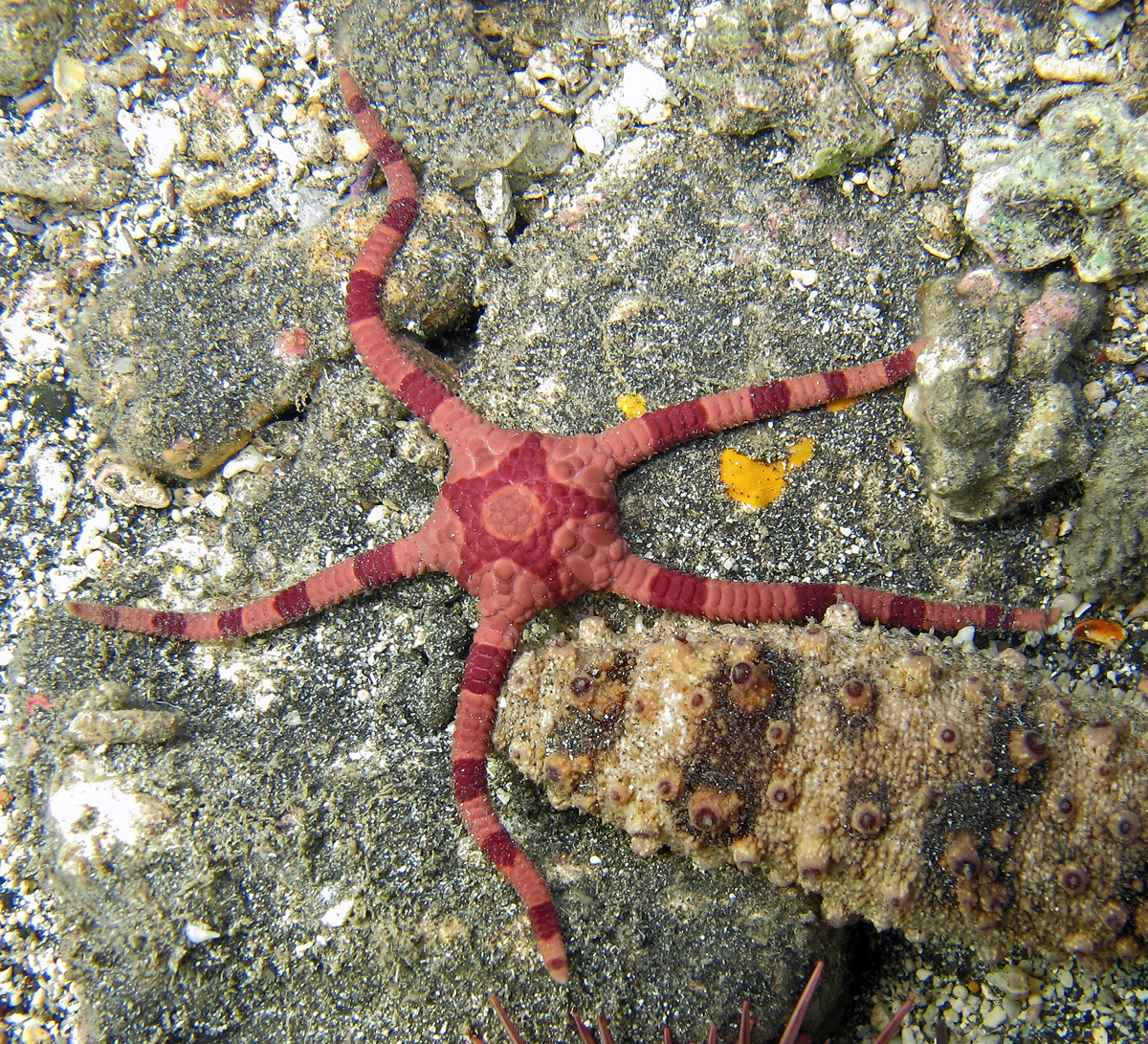
Une ophiure superbe (Ophiolepis superba)
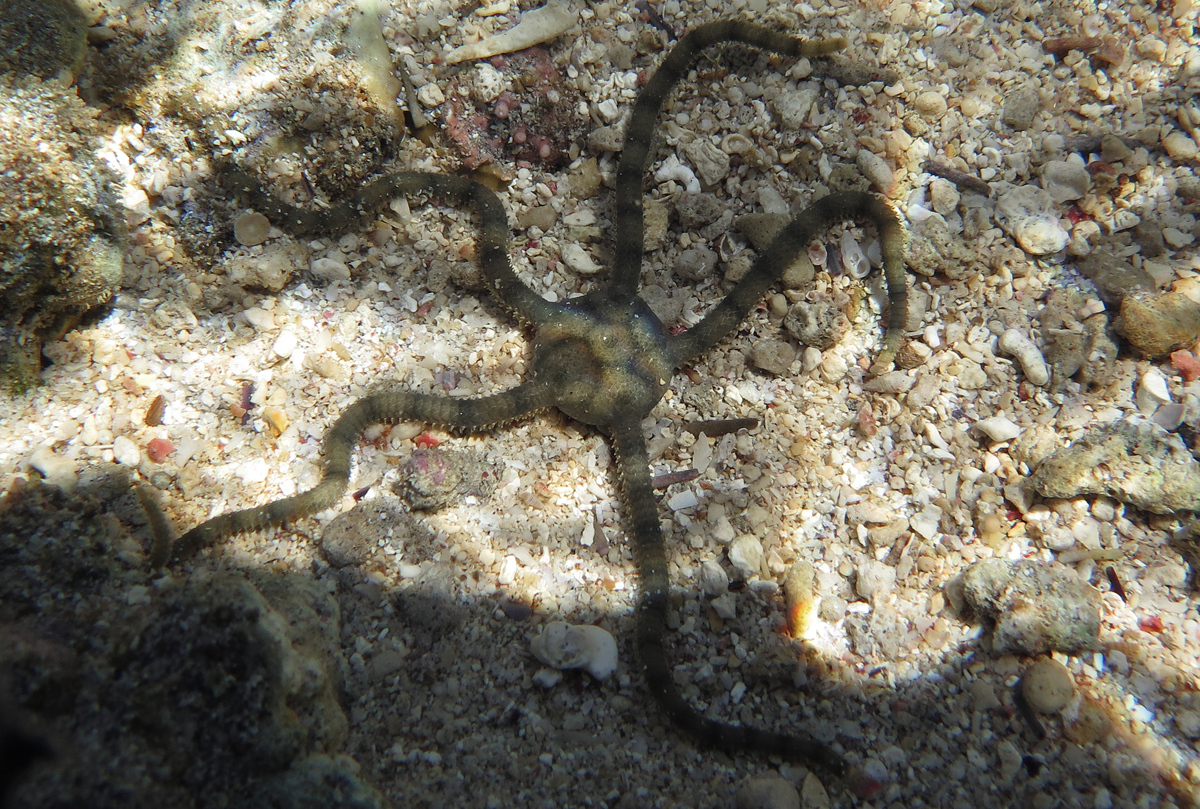
Ophioplocus imbricatus

### Oursins
Le corps des oursins est protégé par une coque calcaire (appelée « test »), recouverte de solides piquants (appelés « radioles »). Chez les oursins dits « réguliers » le test a la forme d’une sphère ou demi-sphère plus ou moins aplatie dorsalement et armée de piquants de taille variable selon des familles. Ceux-ci sont articulés à leur base et servent à la défense et en partie à la locomotion (assistés par de petits pieds à ventouse appelés « podia »). Au centre de la face orale se trouve une bouche dotée d’un appareil masticateur à cinq dents nommé « lanterne d'Aristote ». Les oursins de faible profondeur sont pour la plupart des brouteurs d'algues. Il existe aussi des oursins « irréguliers » qui peuvent être oblongs ou plats, et chez lesquels l'anus et parfois la bouche ont migré vers un bord du test.
Les oursins bien dissimulés peuvent provoquer des piqûres douloureuses chez les baigneurs imprudents, et certaines espèces (famille des Diadematidae : genres Diadema et Echinothrix) possèdent un léger venin dans leurs piquants, alors que chez l'oursin-fleur le danger ne vient pas des piquants mais de ses pédicellaires en forme de fleur, qui délivrent un puissant venin pouvant provoquer des troubles respiratoires graves.
On recense en 2016 41 espèces d'oursins à La Réunion.

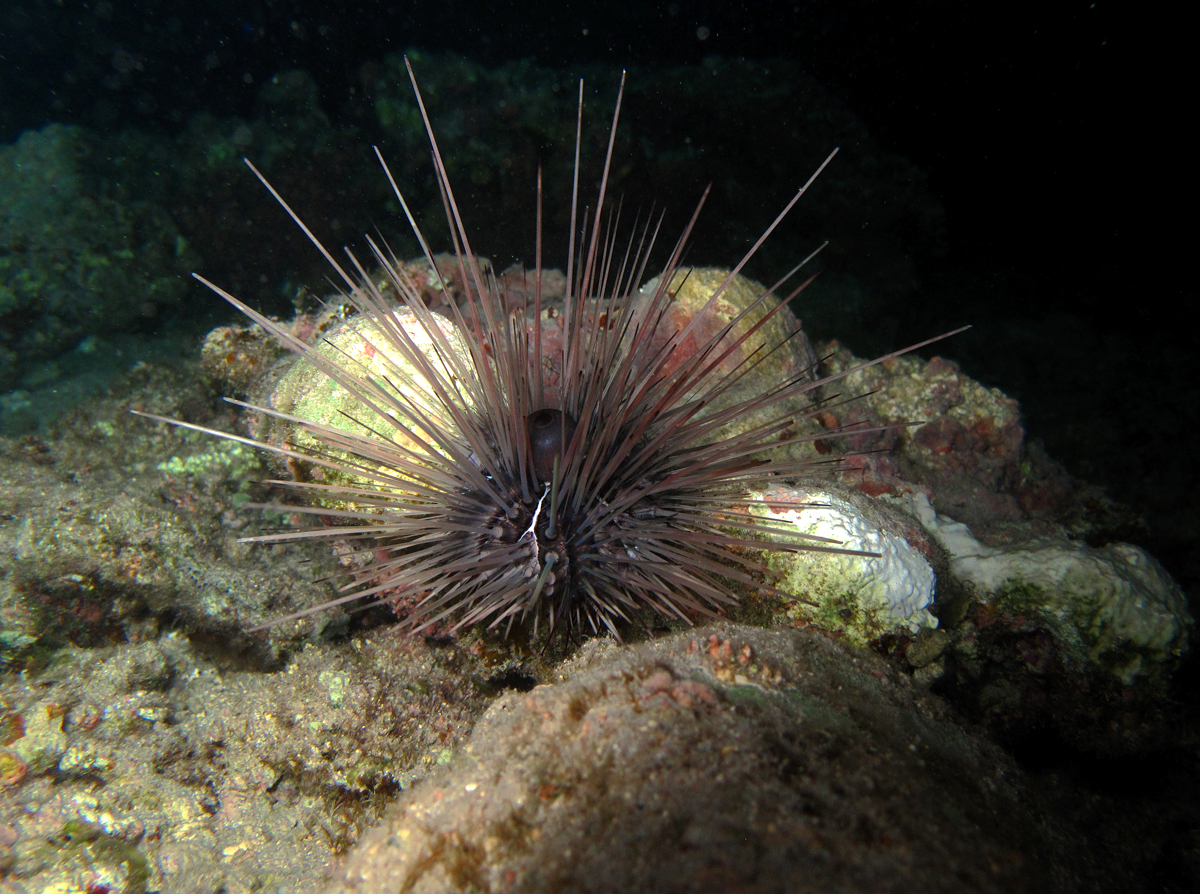
Oursin-diadème de Savigny (Diadema savignyi) de nuit.
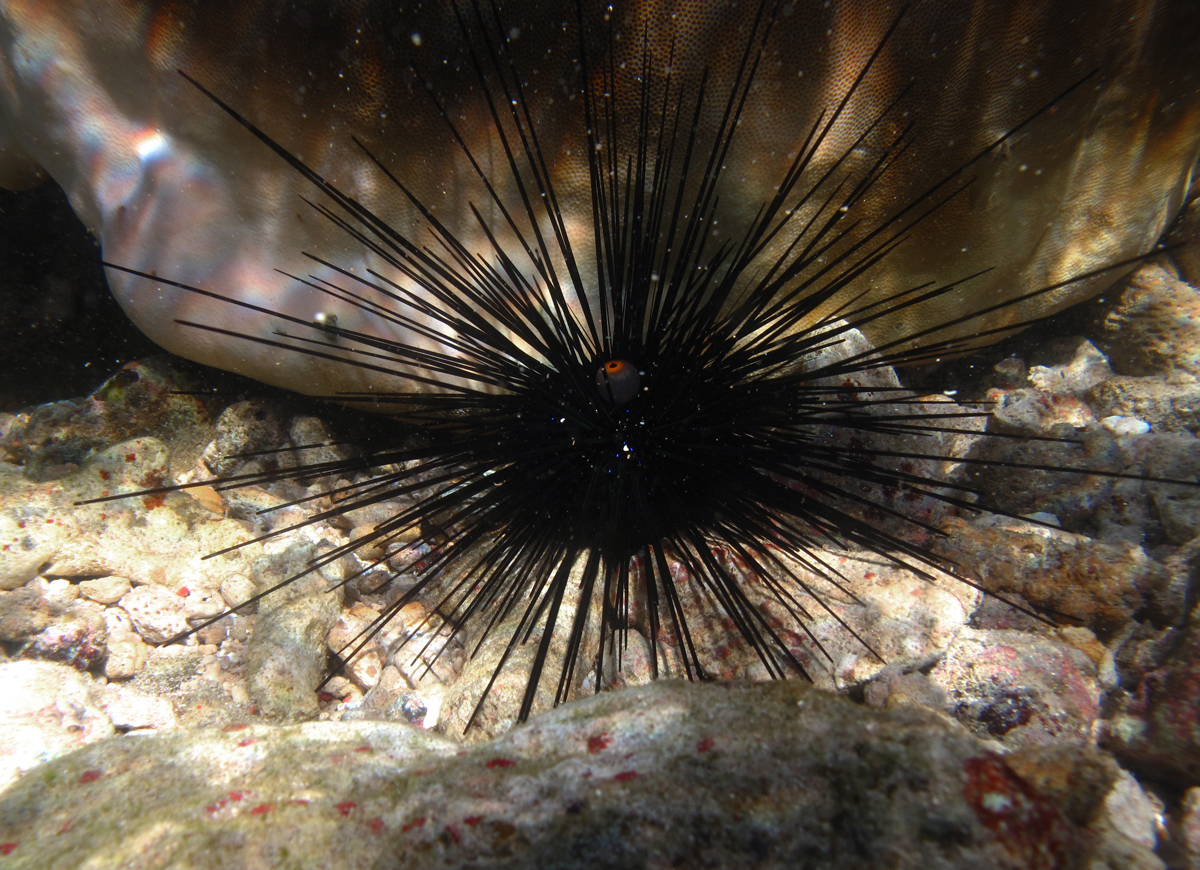
Oursin-diadème (Diadema setosum).
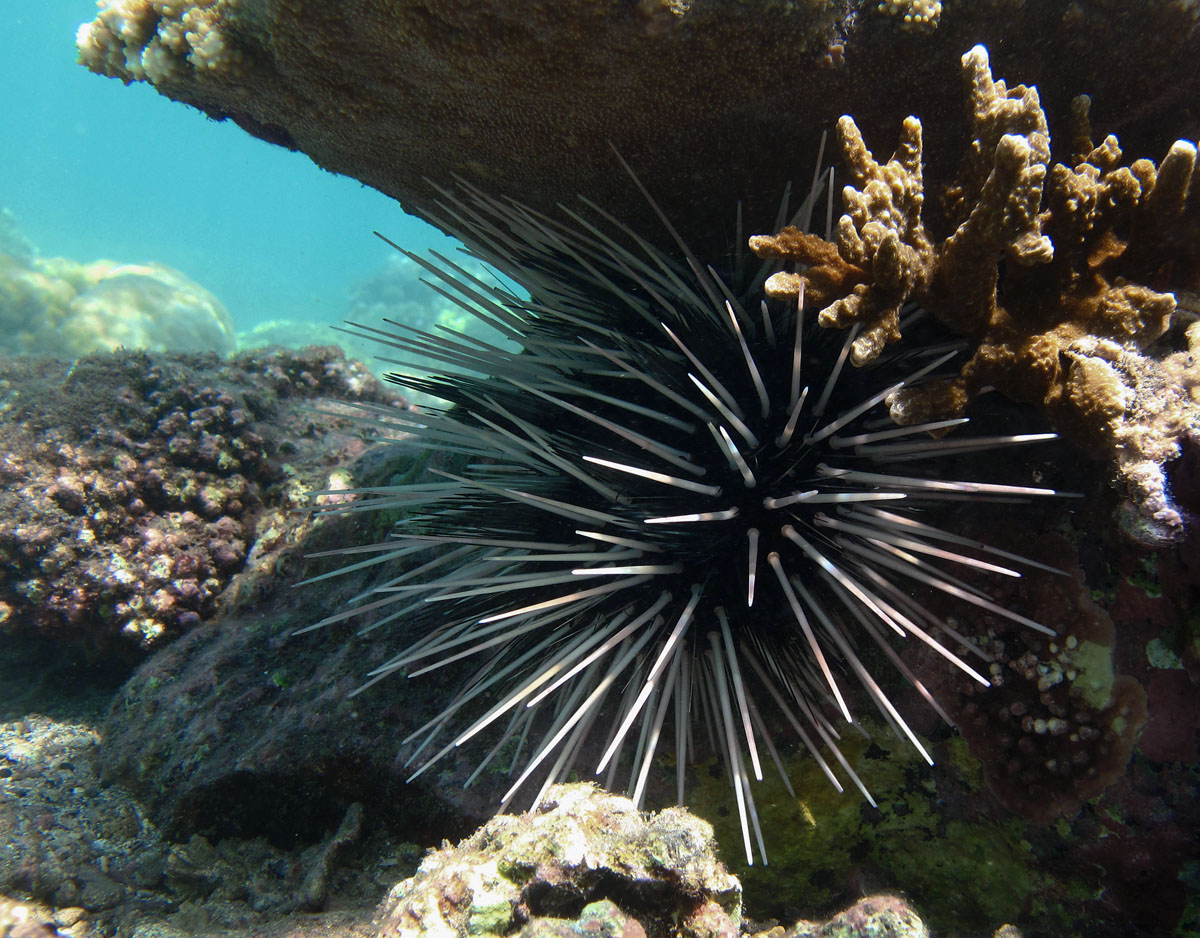
Oursin à double-piquants (Echinothrix calamaris)
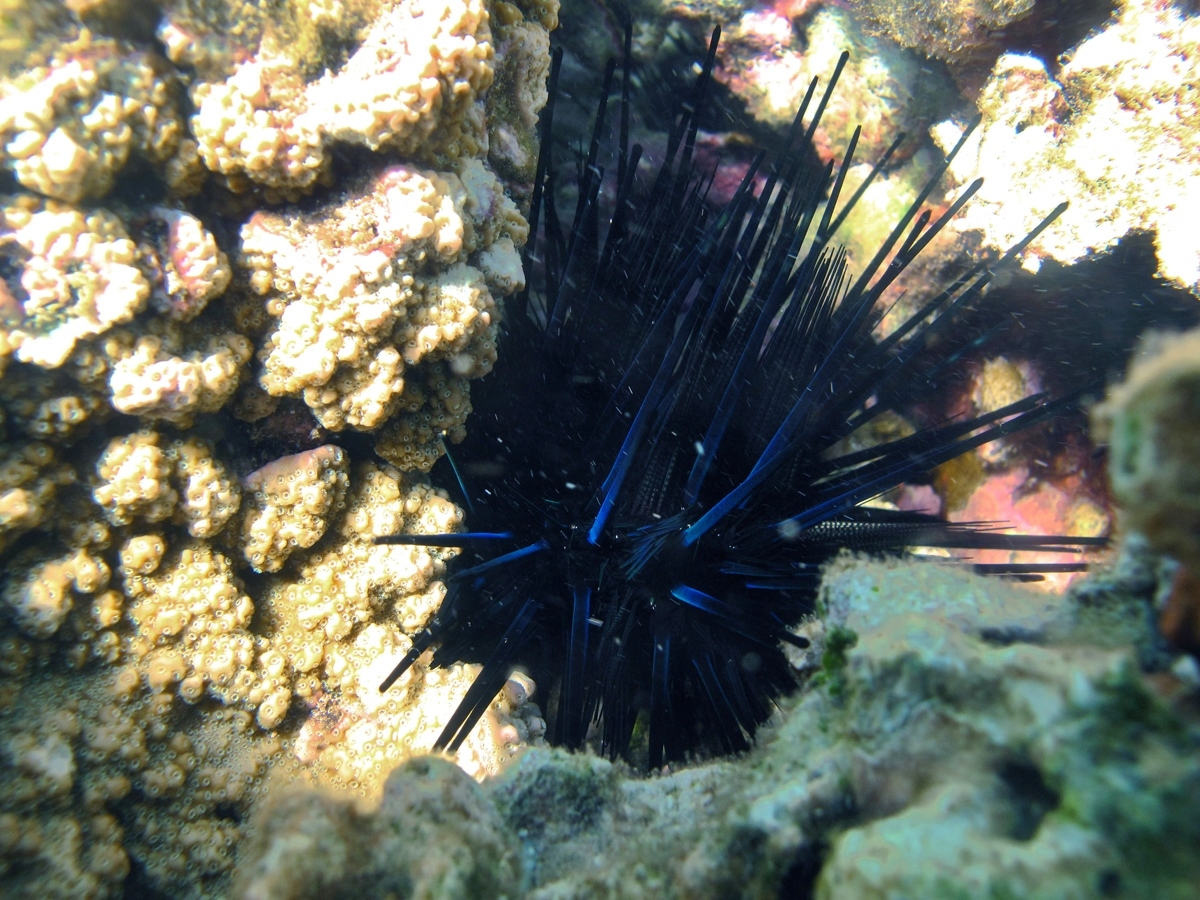
Oursin diadème bleu (Echinothrix diadema)
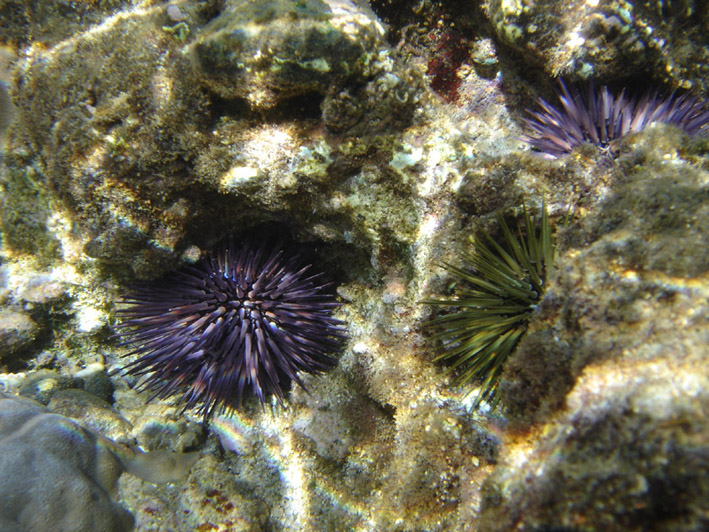
Oursin perforant (Echinometra mathaei)
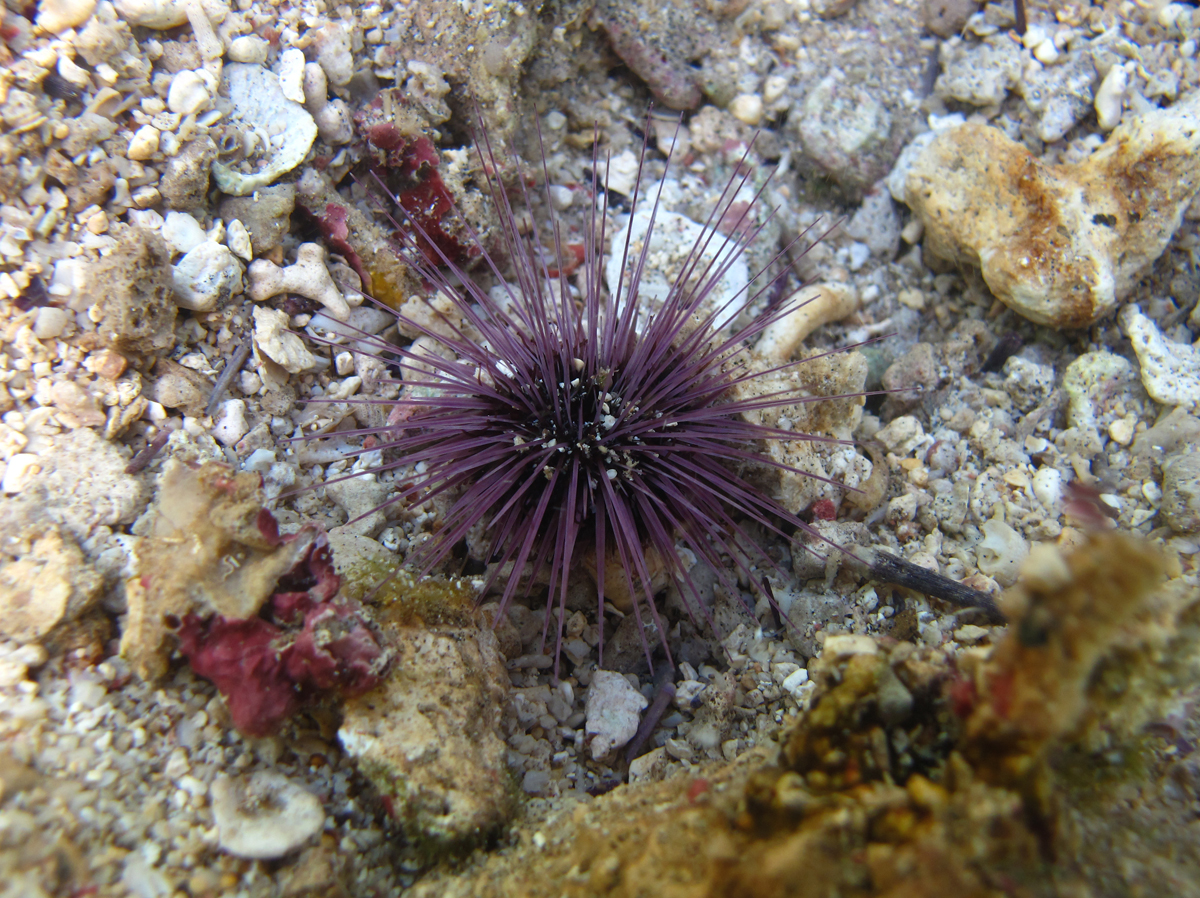
Oursin à fins piquants (Echinostrephus molaris)
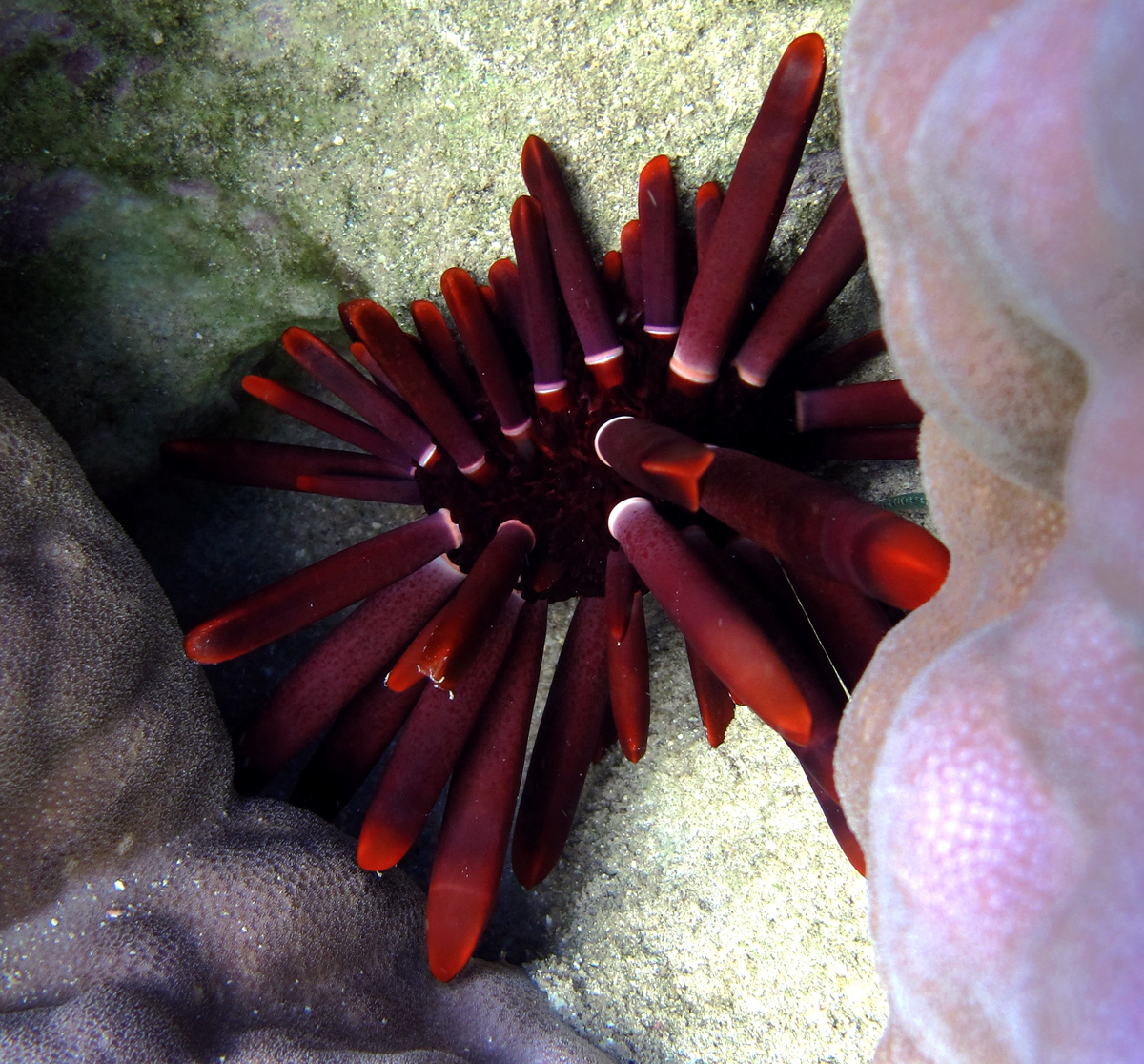
Oursin crayon (Heterocentrotus mamillatus)
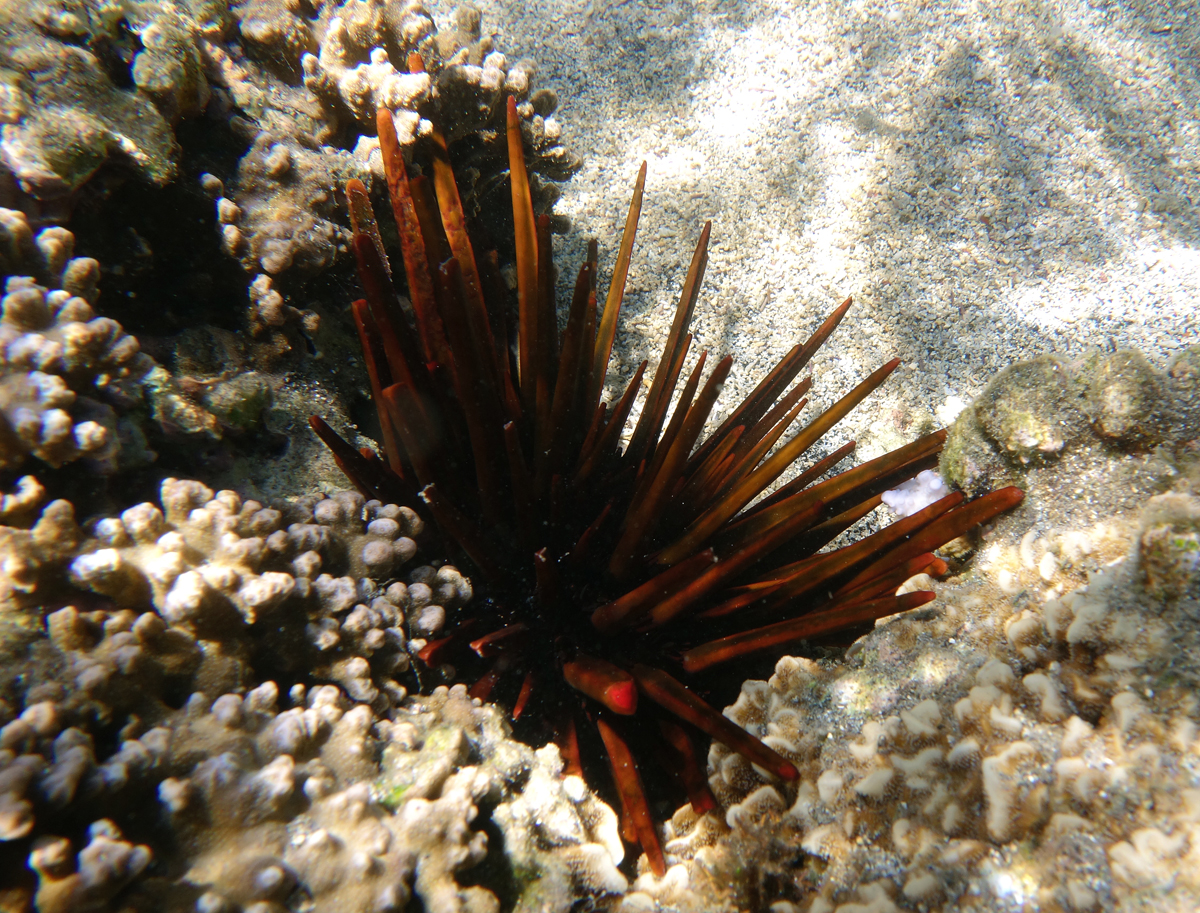
Oursin crayon (Heterocentrotus trigonarius)
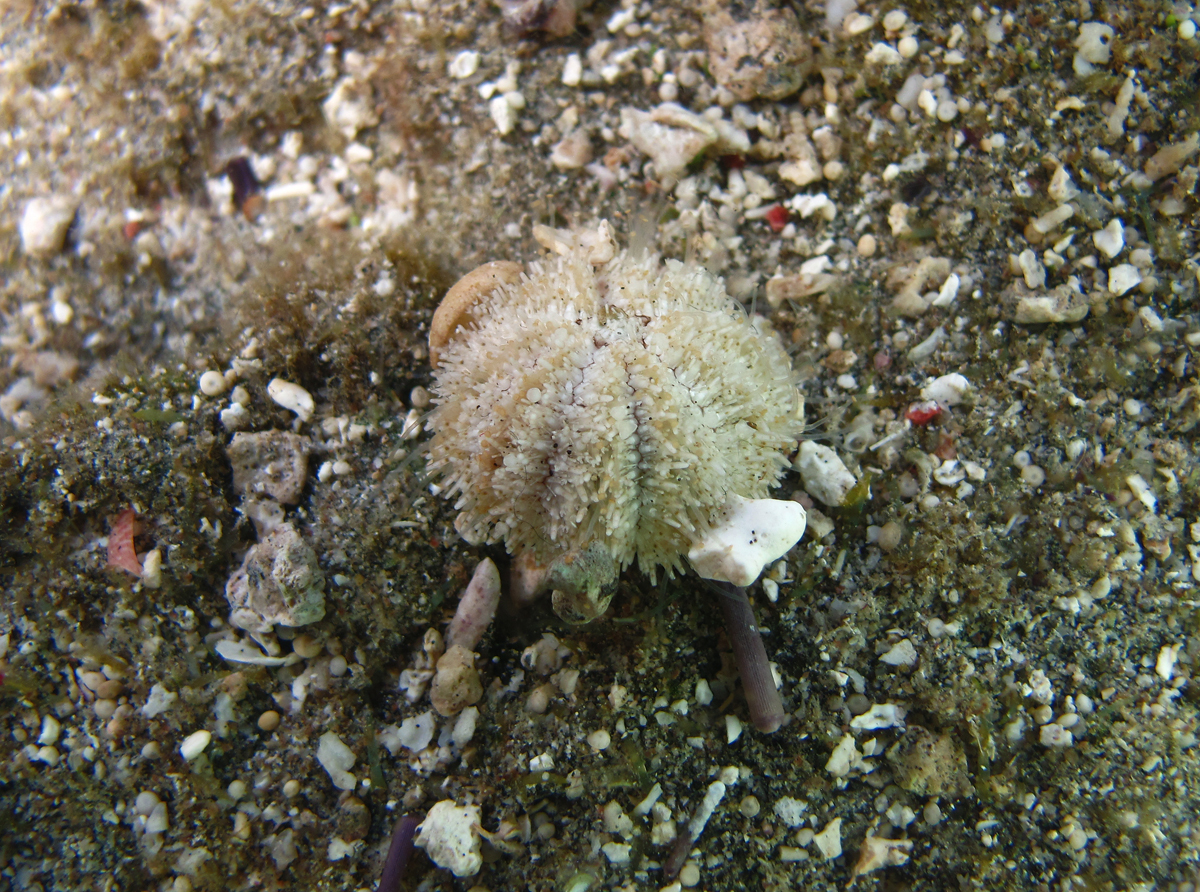
Le minuscule Nudechinus verruculatus
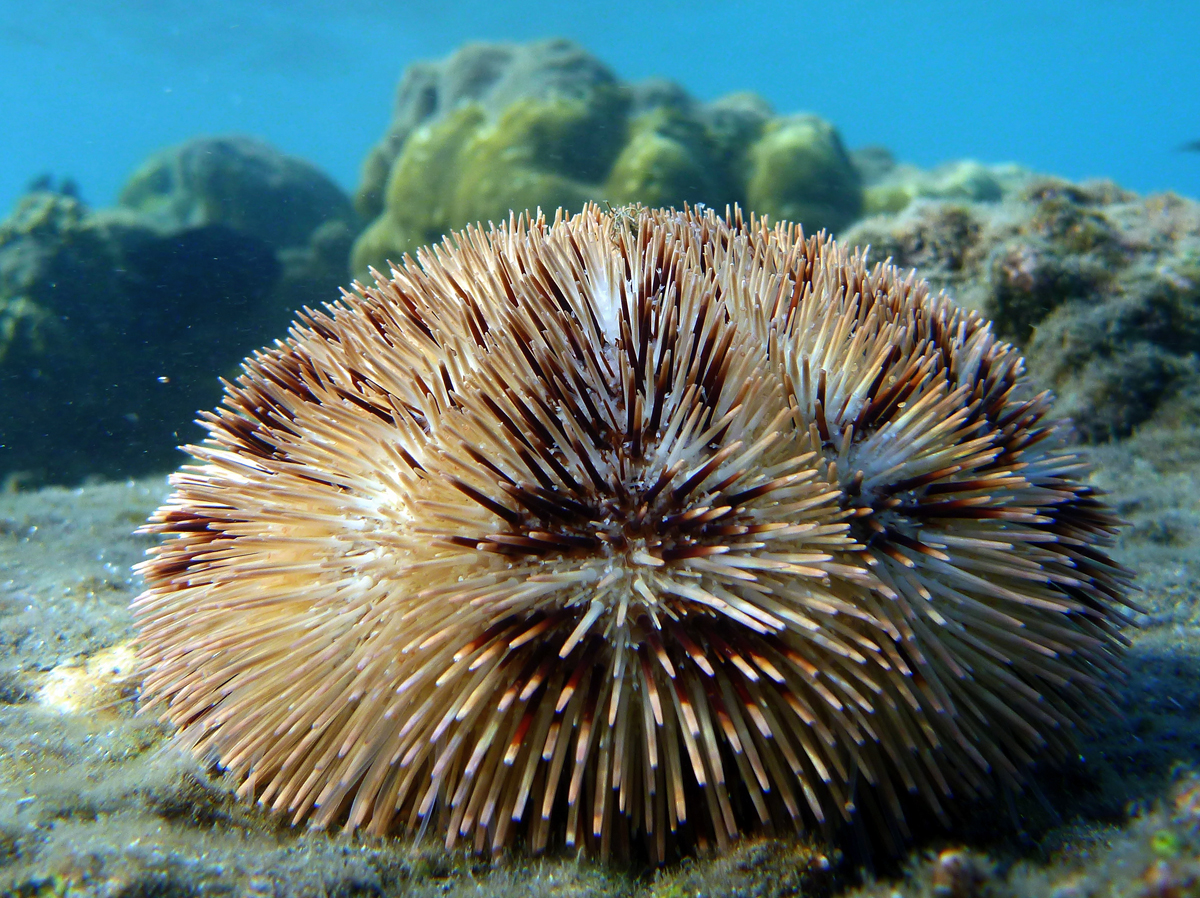
Pseudoboletia maculata
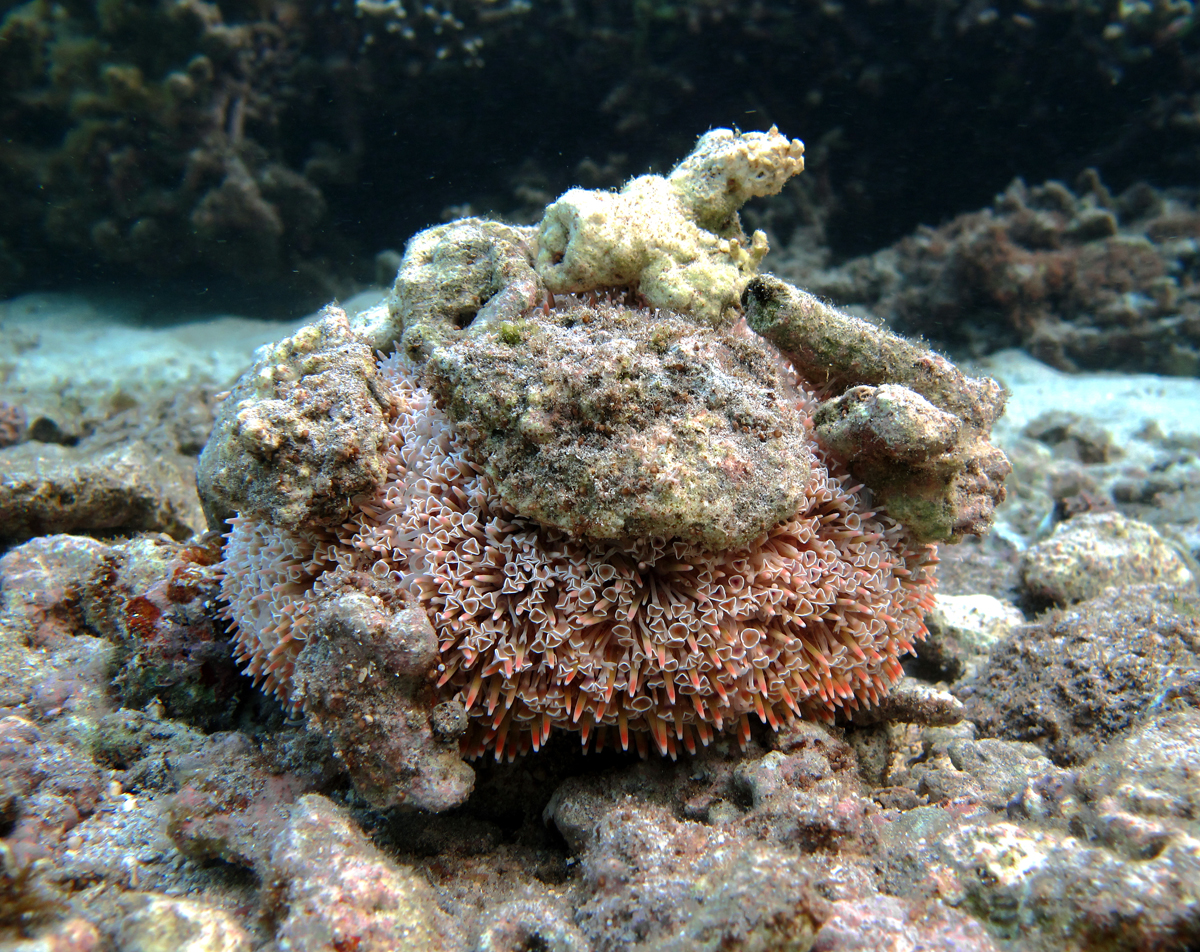
Oursin-fleur venimeux (Toxopneustes pileolus)
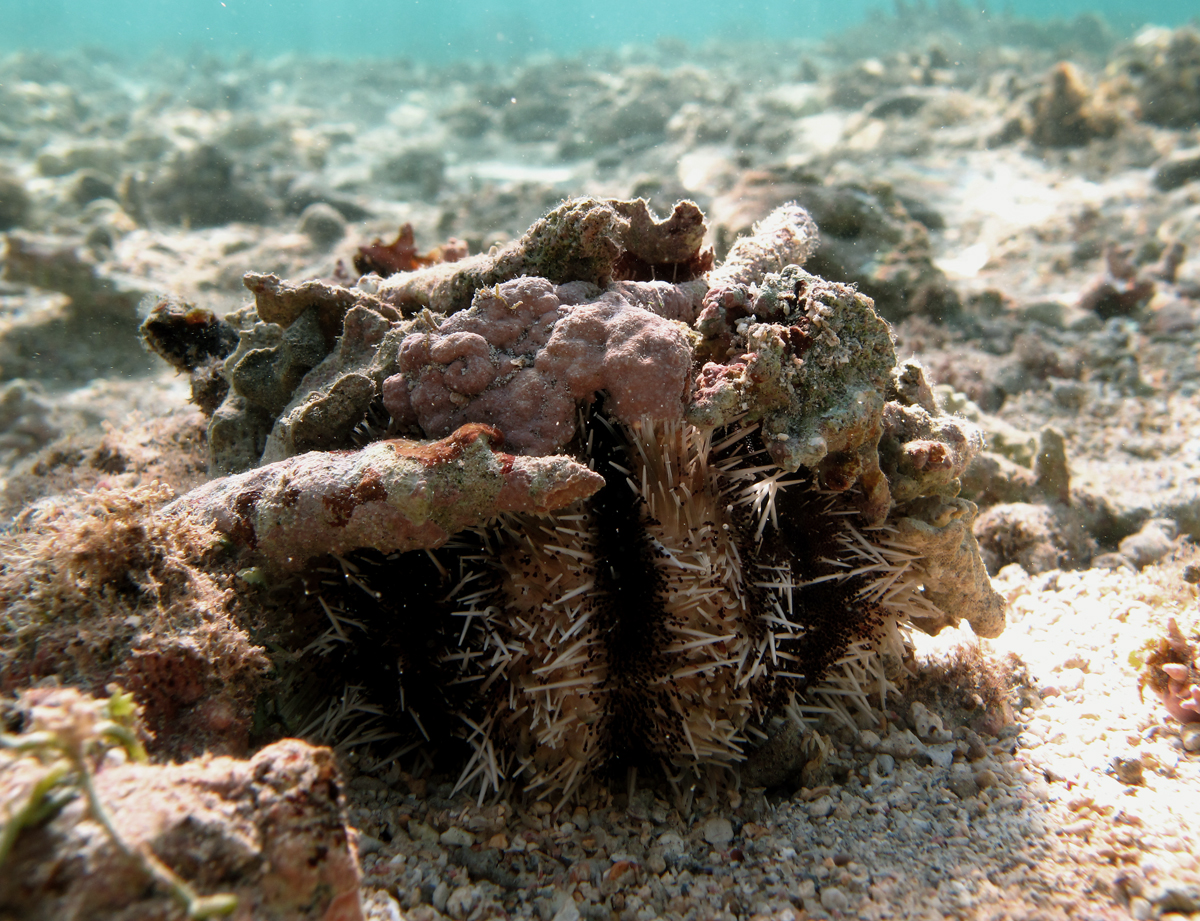
Oursin comestible (Tripneustes gratilla)
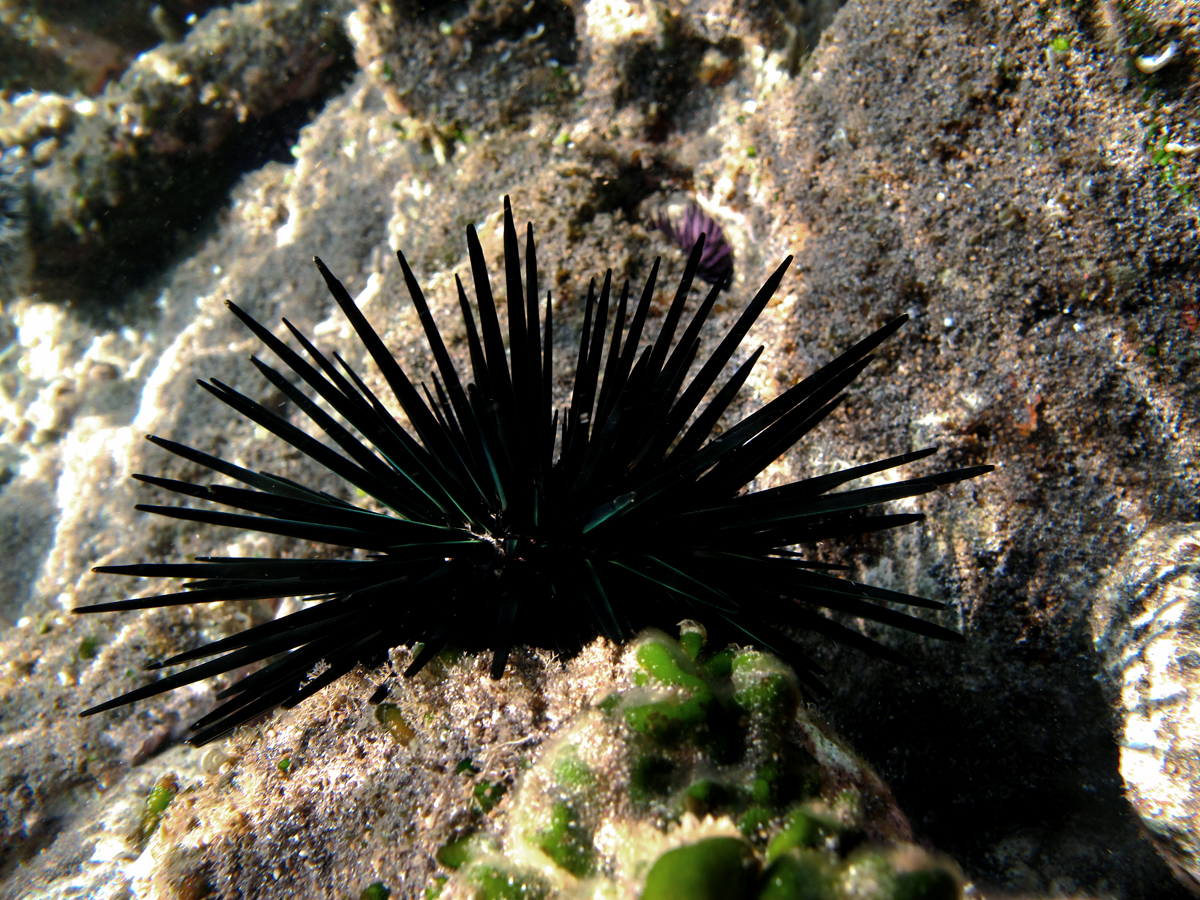
Oursin noir (Stomopneustes variolaris)
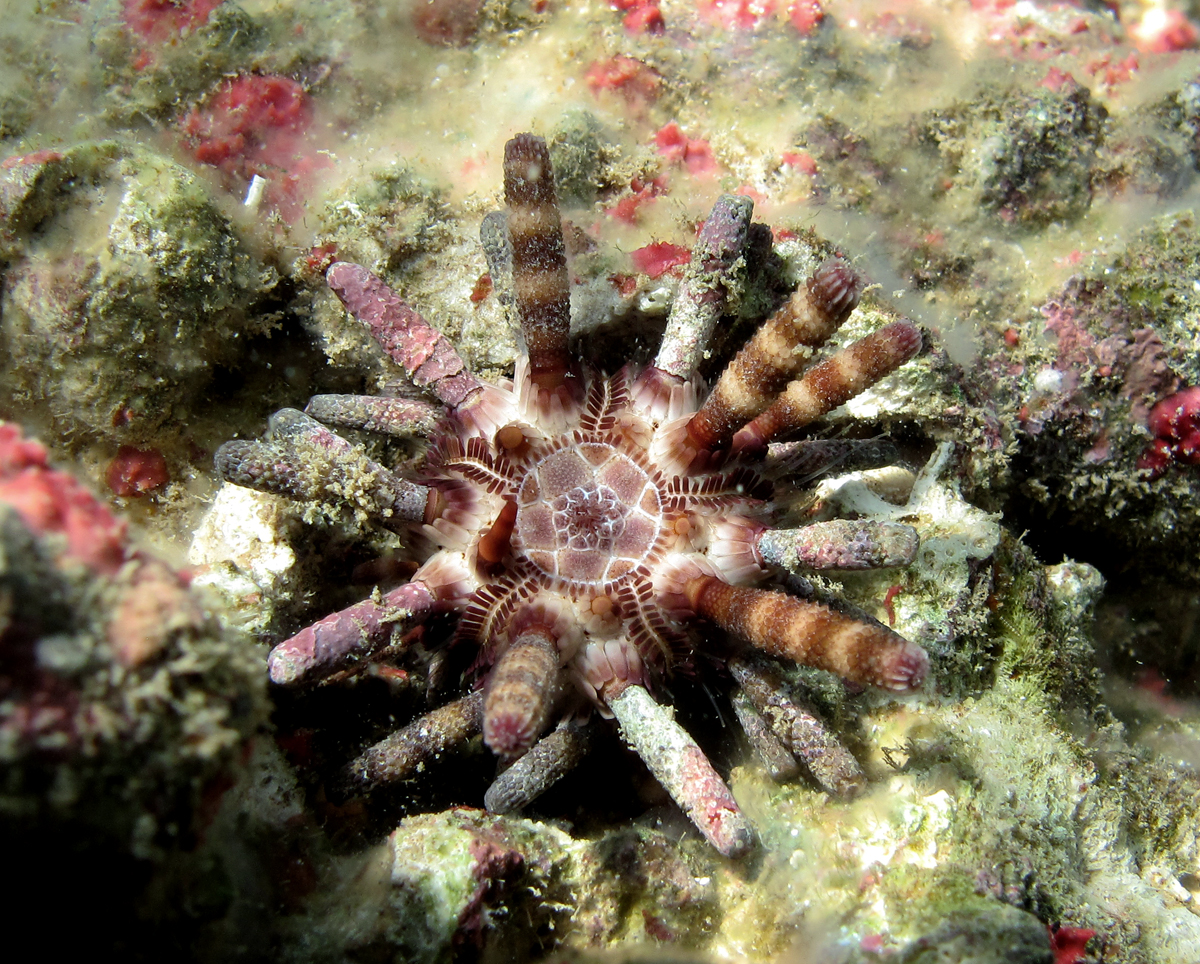
Oursin mine (Eucidaris metularia)
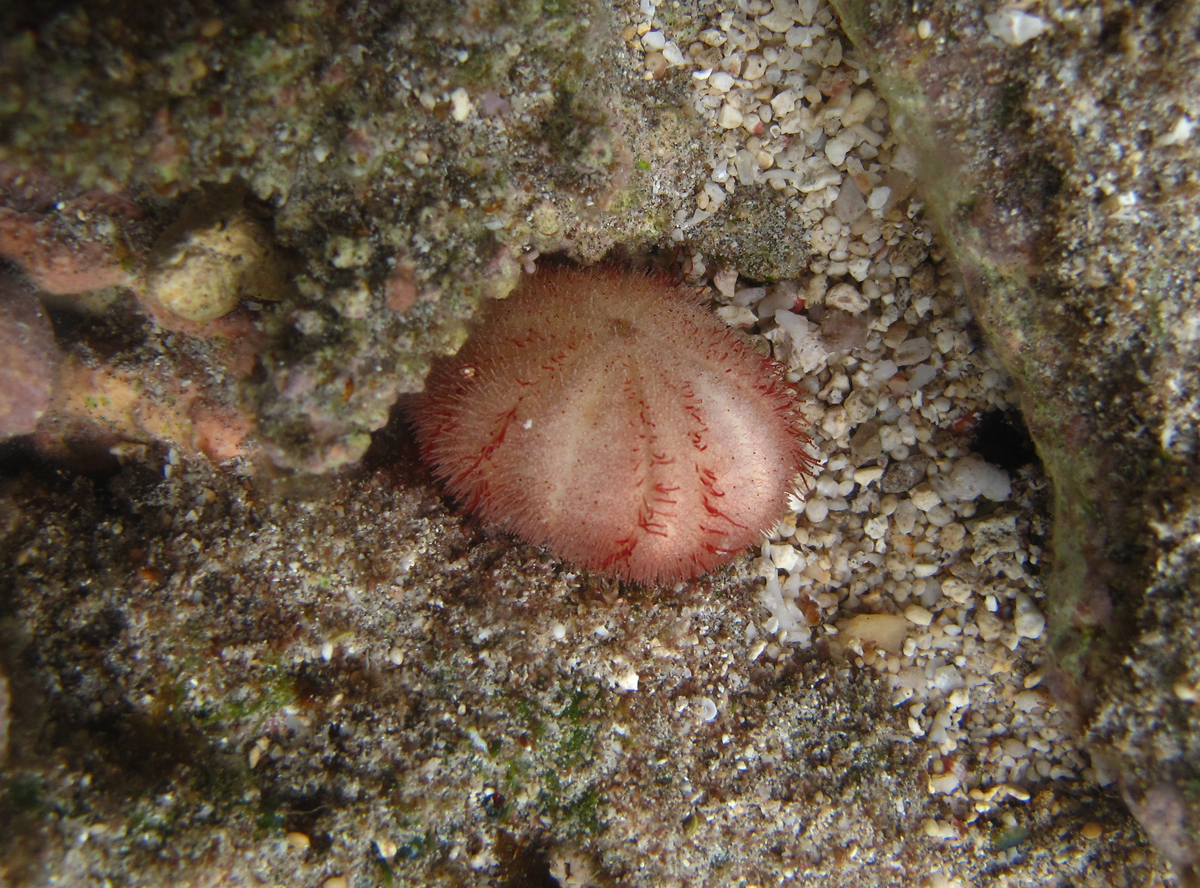
Un oursin irrégulier Echinoneus cyclostomus
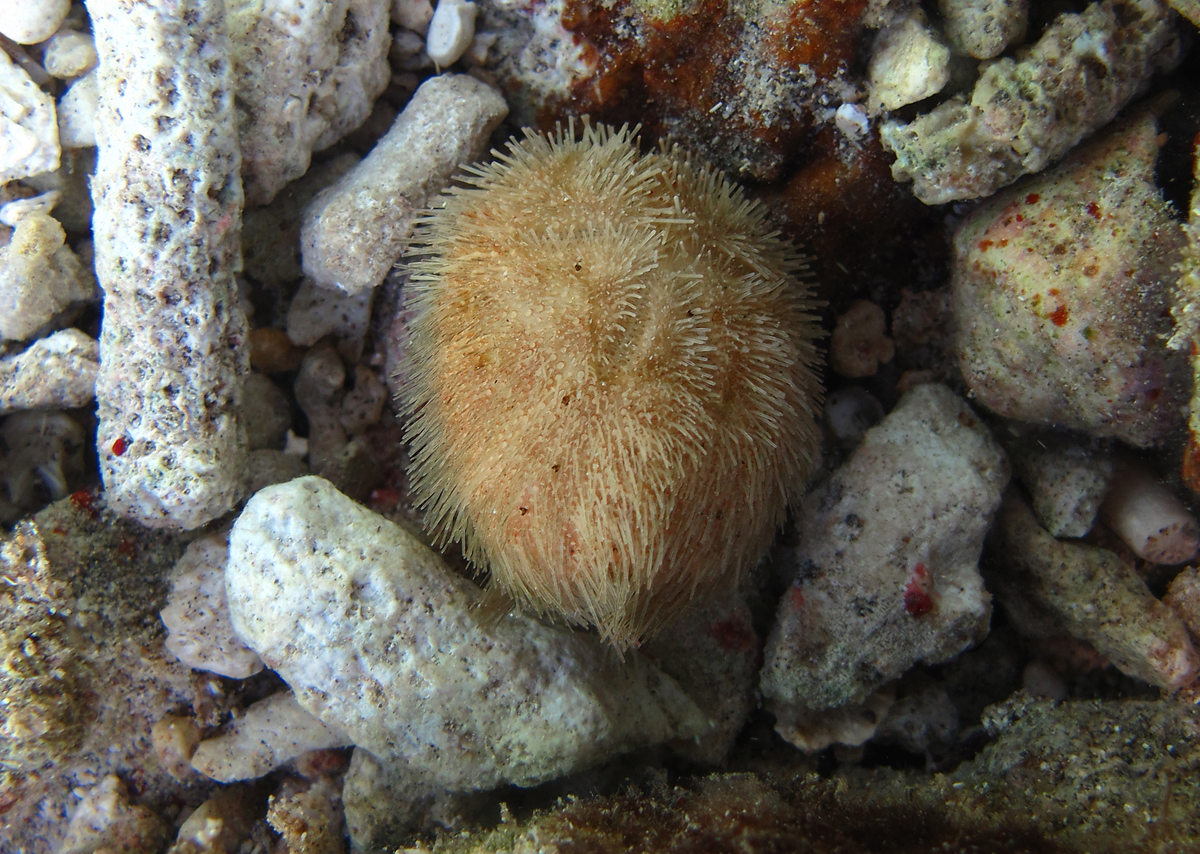
Brissus latecarinatus
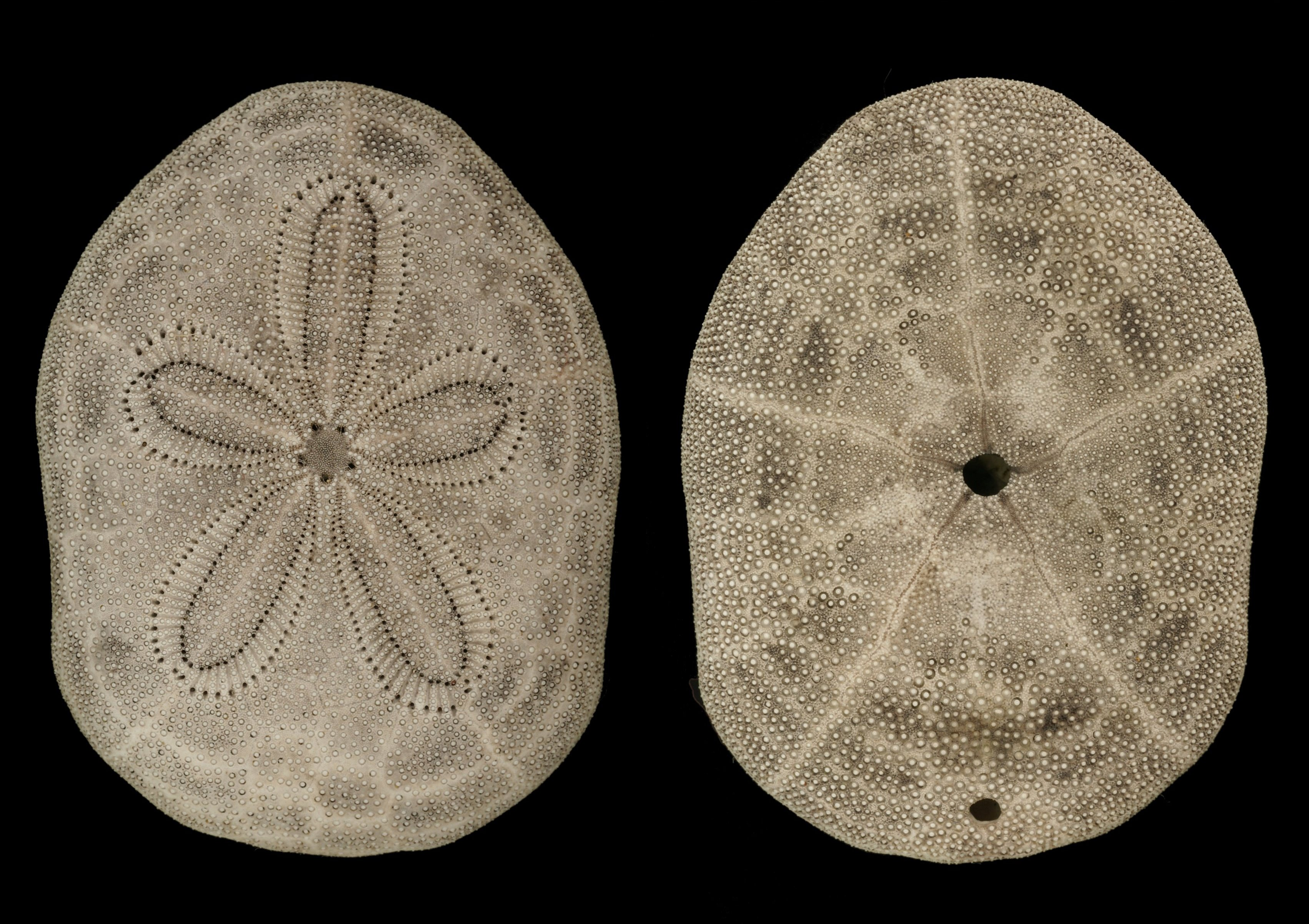
Test d'un Clypeaster reticulatus

### Holothuries(«concombres de mer»)
La classe des Holothuroidea (du grec « holothoúrion », donné par Aristote à un animal qui n’a pu être déterminé) regroupe des animaux marins au corps généralement cylindrique, plus ou moins mou selon les espèces, qui présentent une symétrie bilatérale apparente tout en conservant organiquement la symétrie pentaradiaire propre aux échinodermes. Autour de la bouche située en position antérieure, on observe une couronne de tentacules mobiles et rétractables chargés de prélever des particules de sédiment et de les porter à la bouche. En partie postérieure se trouve l’orifice cloacal servant à la respiration et à l’évacuation des déjections. C’est aussi par cet orifice que sortent, en situation de stress, de longs filaments blancs et collants appelés tubes de Cuvier chez les espèces qui en possèdent. Les holothuries se meuvent lentement, soit sur des centaines de podias terminés par une ventouse, soit, pour les Apodida qui n’en sont pas pourvus, en rampant. Certaines espèces qui semblent proches d’une espèce documentée mais qui n’ont pas encore pu être décrites font partie d’un « complexe » affilié à l’espèce connue, en attendant leur détermination précise par l’examen des spicules et/ou une analyse ADN. Il peut s’agir de variations de l’espèce de référence, ou d’espèces nouvelles pour la science.
Les holothuries sont très nombreuses à la Réunion, et ne présentent aucun danger. Cependant, le stress d’une agression (le pied d’un être humain marchant dans l’eau, par exemple) peut leur faire projeter leurs tubes de Cuvier. Le contact avec ces tubules peut provoquer des démangeaisons, et présenter un risque pour les yeux. Les holothuries serpentiformes sont « collantes » : leur peau contient d’innombrables ossicules calcaires microscopiques qui fixent l’animal sur la peau ou la combinaison du plongeur au moindre contact.
On recense en 2016 44 espèces d'holothuries à La Réunion.

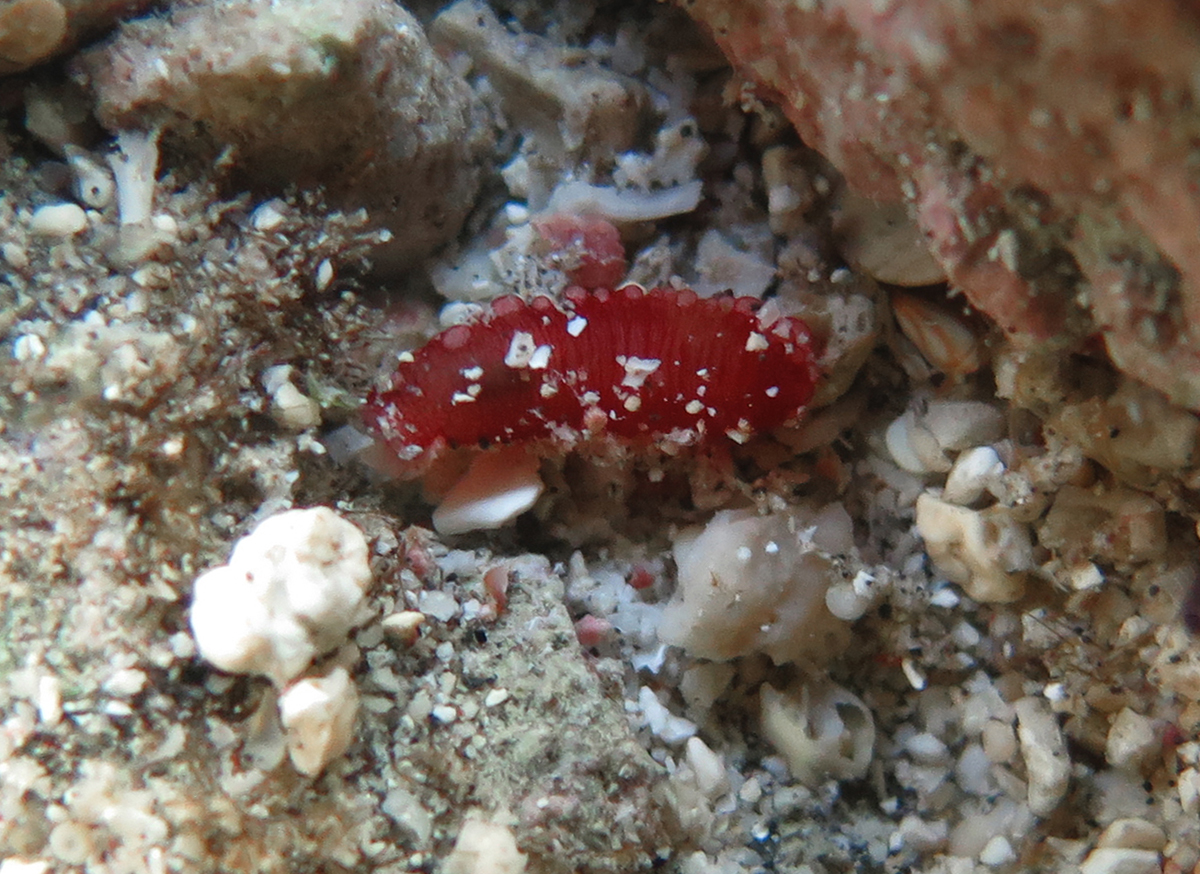
Une minuscule holothurie de la famille des Chiridotidae (peut-être Chiridota rigida?)
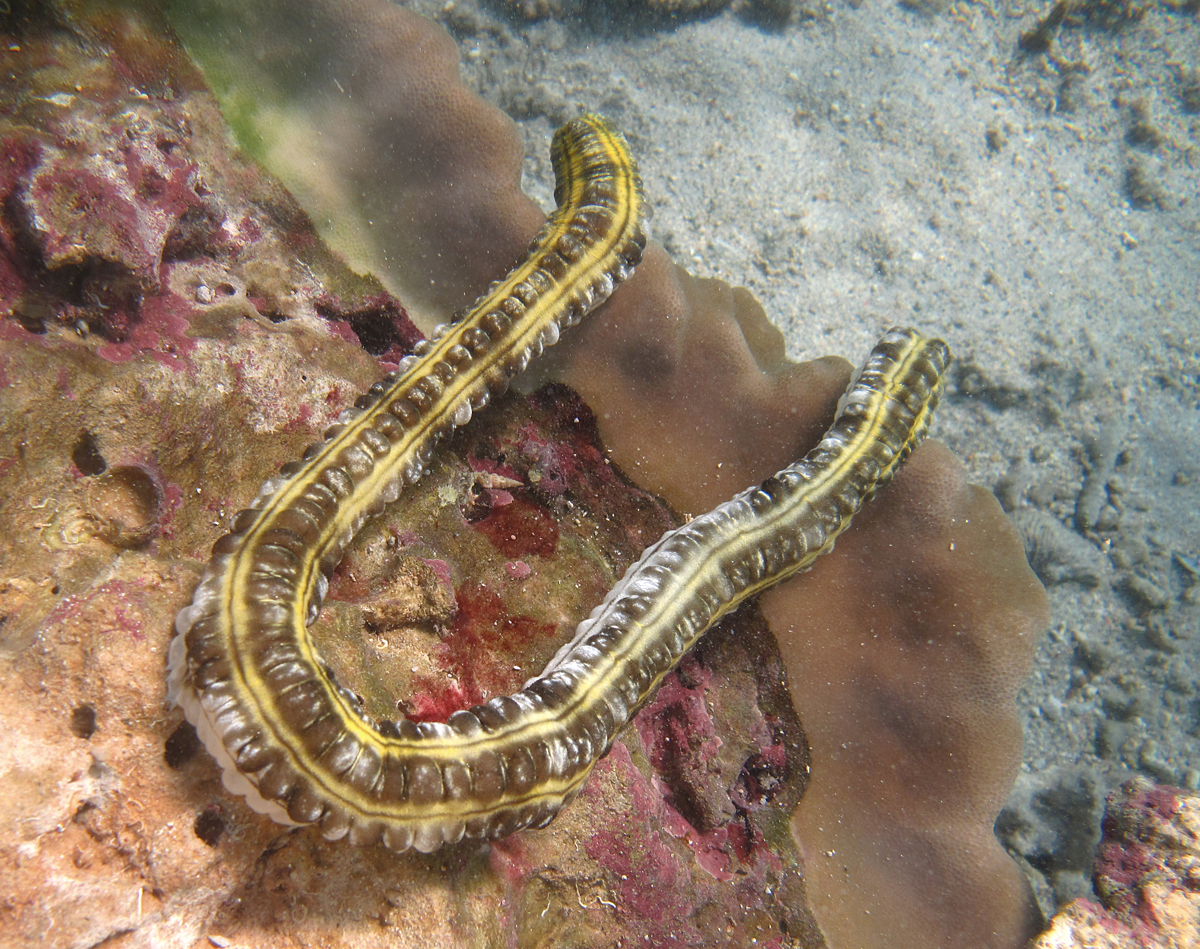
Holothurie-serpent collante (Euapta godeffroyi)
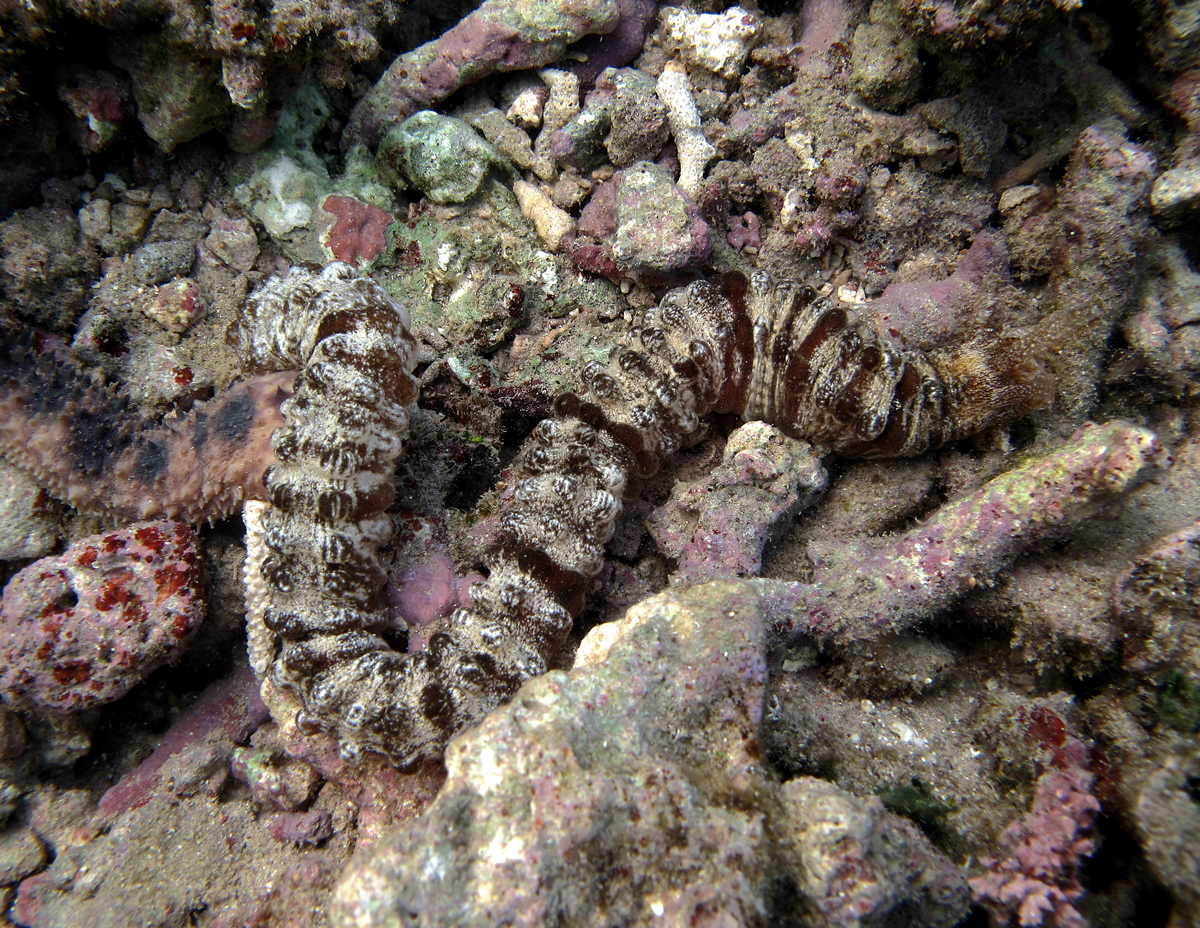
Opheodesoma grisea
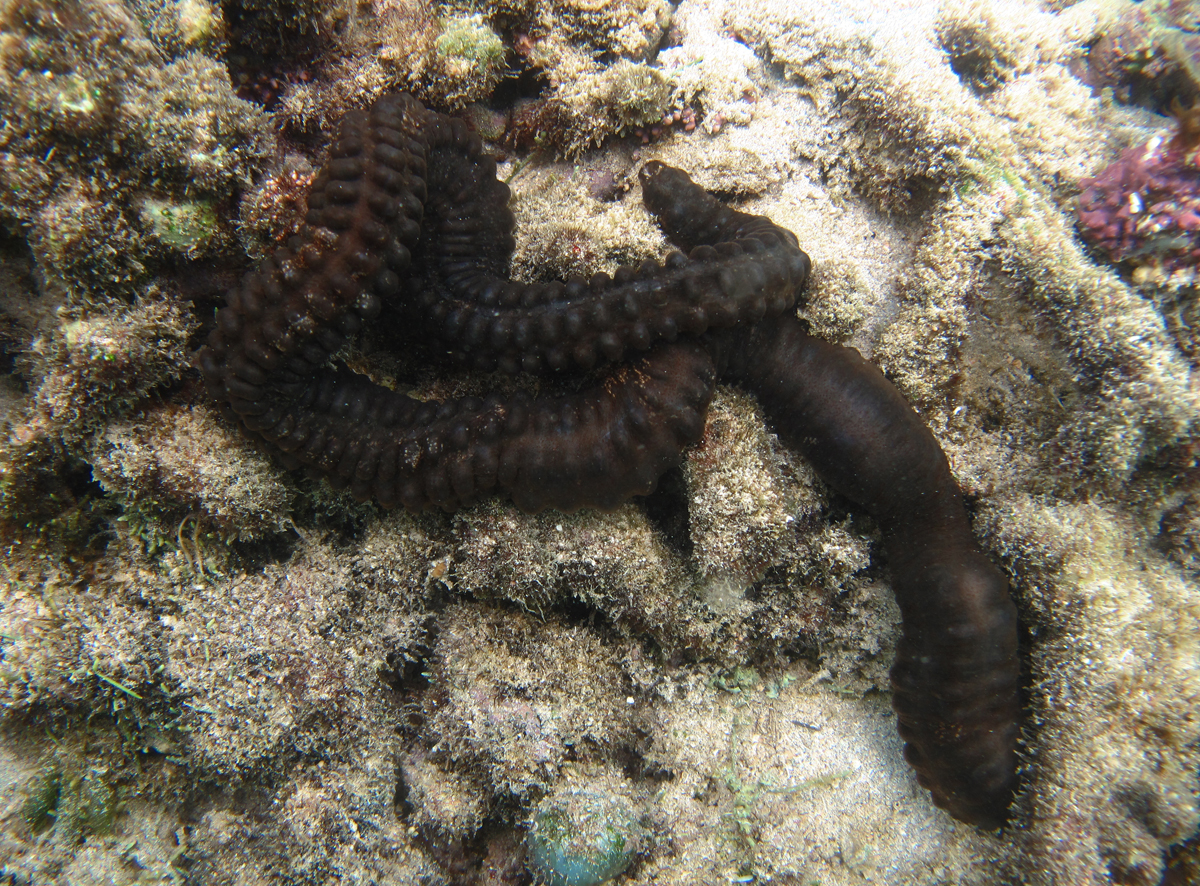
Opheodesoma sp.
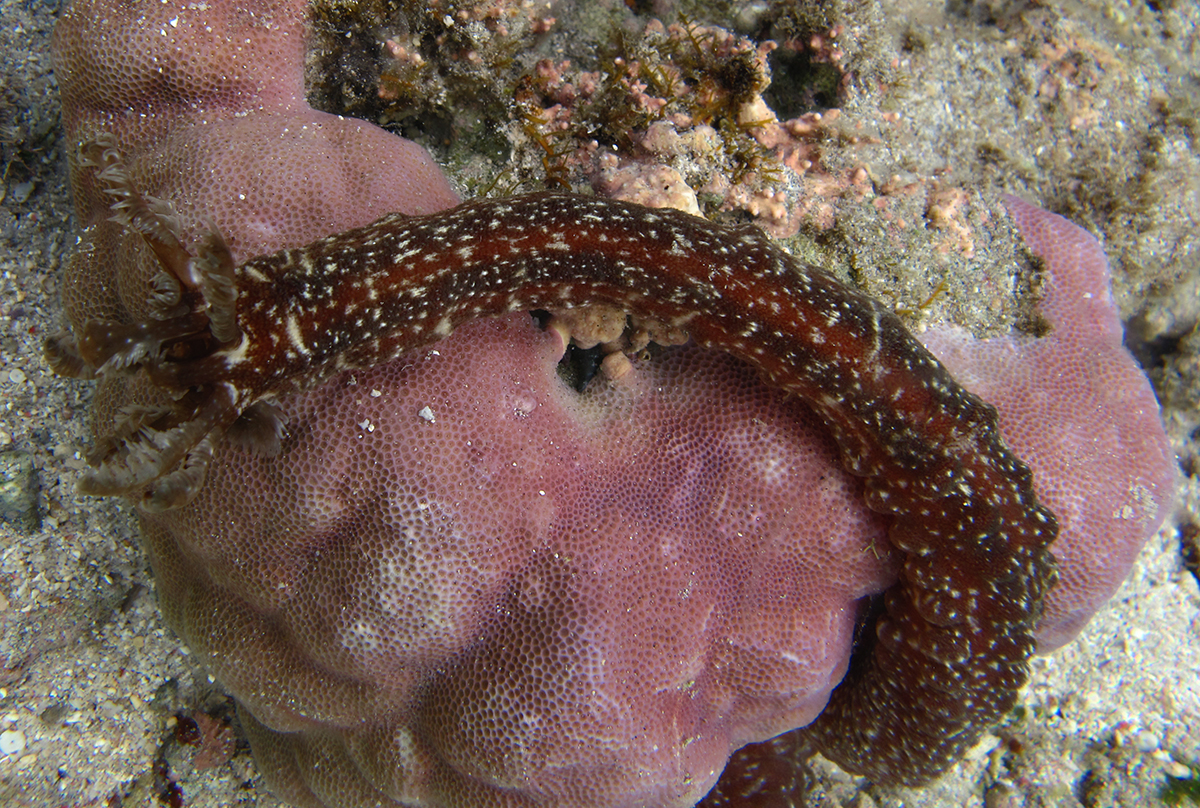
Opheodesoma sp.
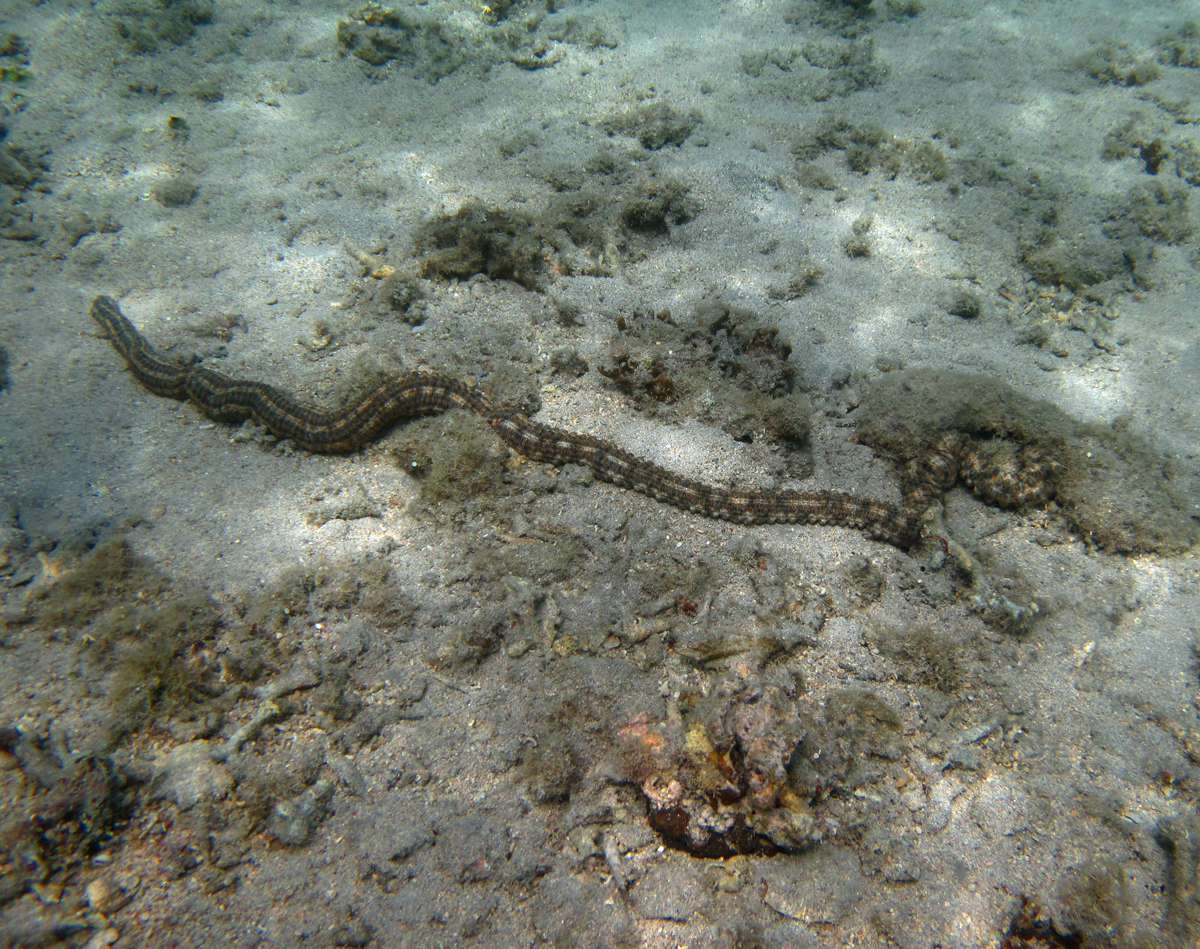
Cordon mauresque (Synapta maculata)
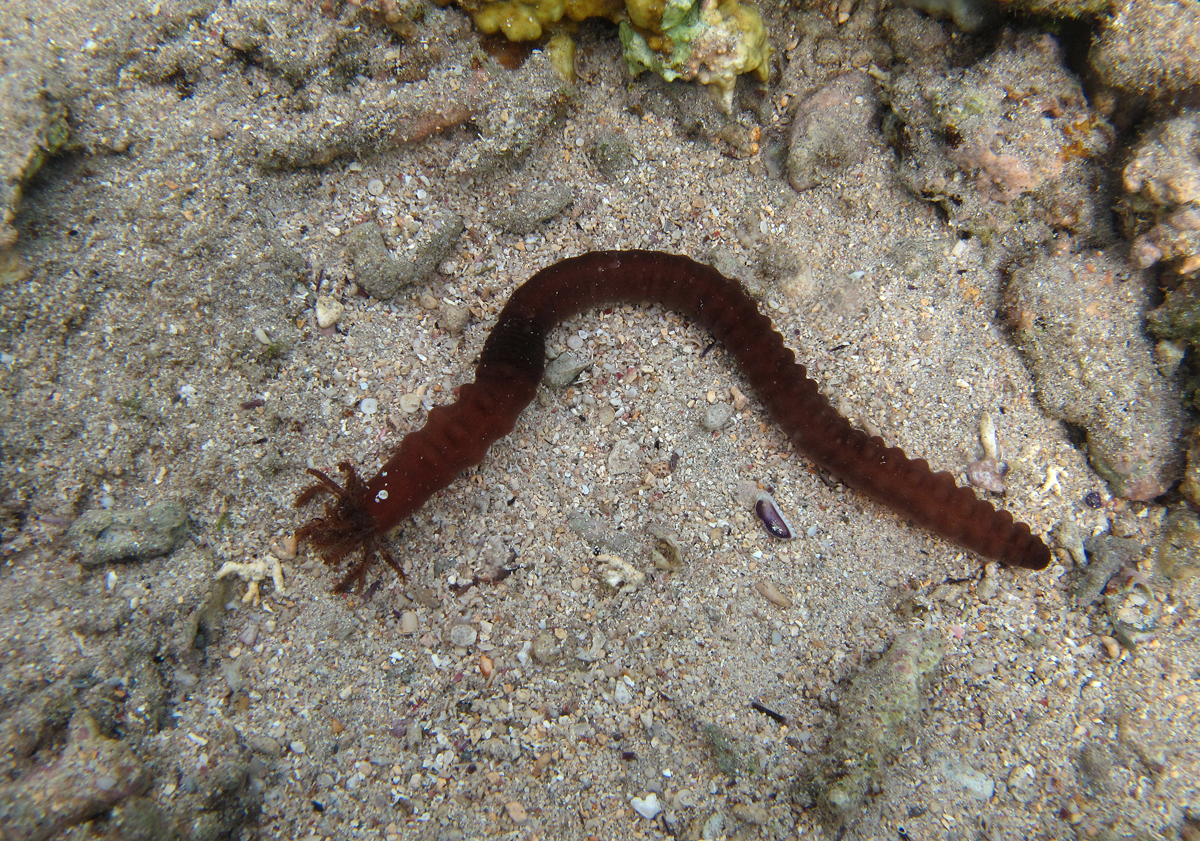
Polyplectana kefersteinii
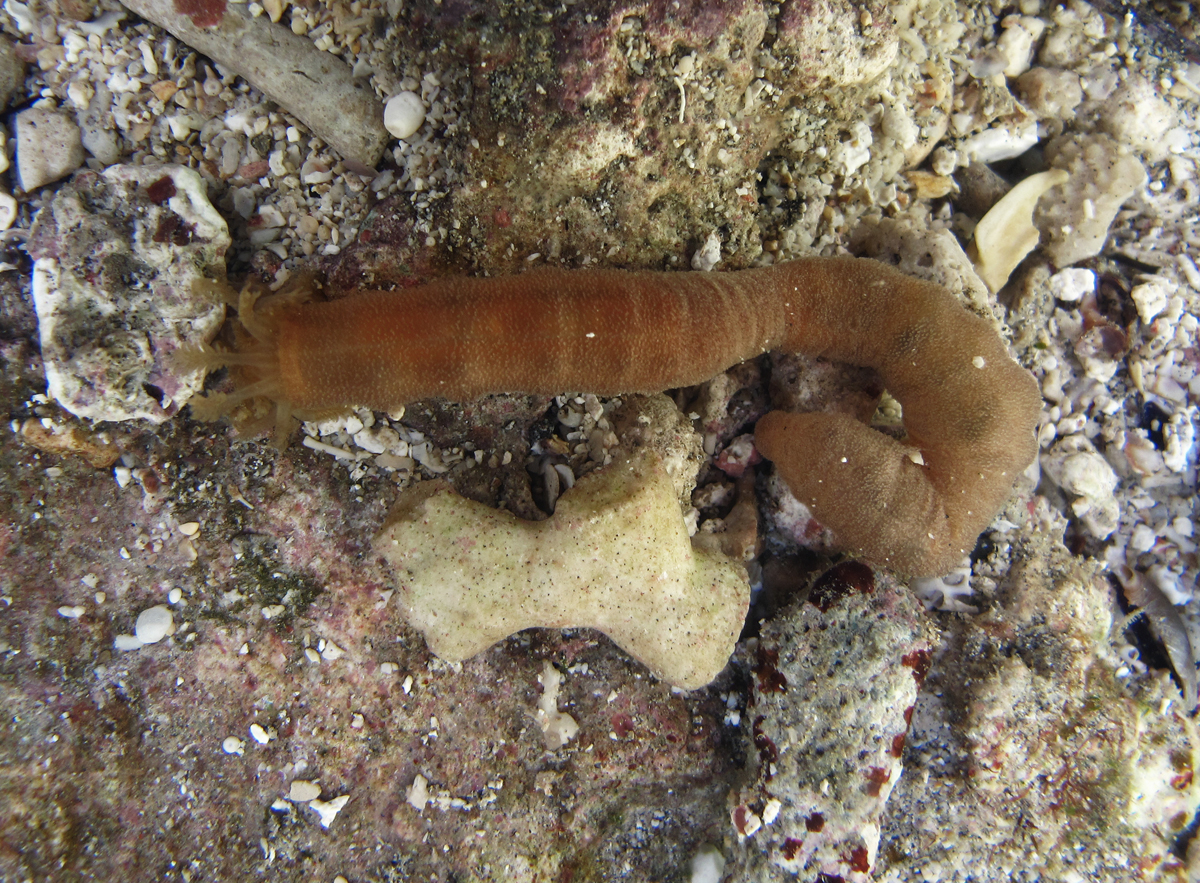
Polyplectana sp.
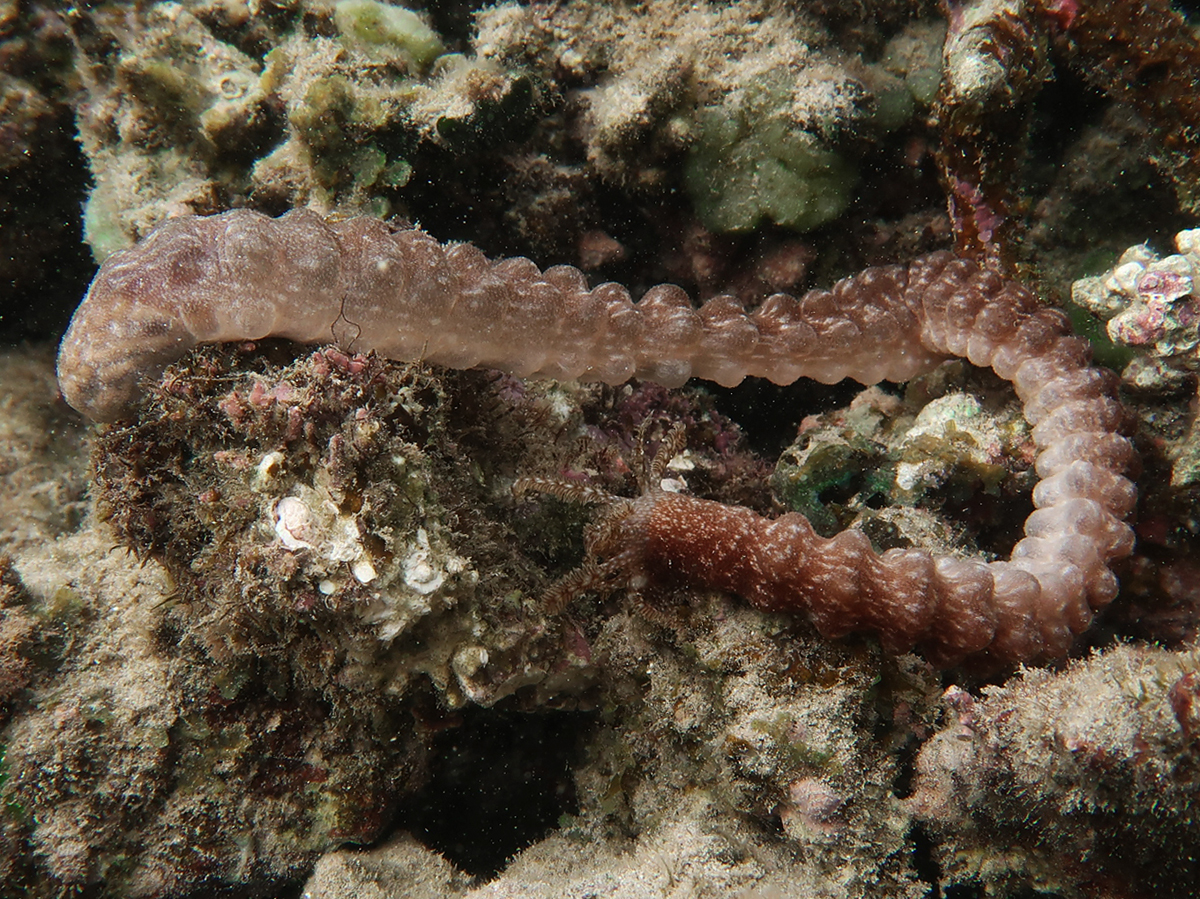
Polyplectana sp.
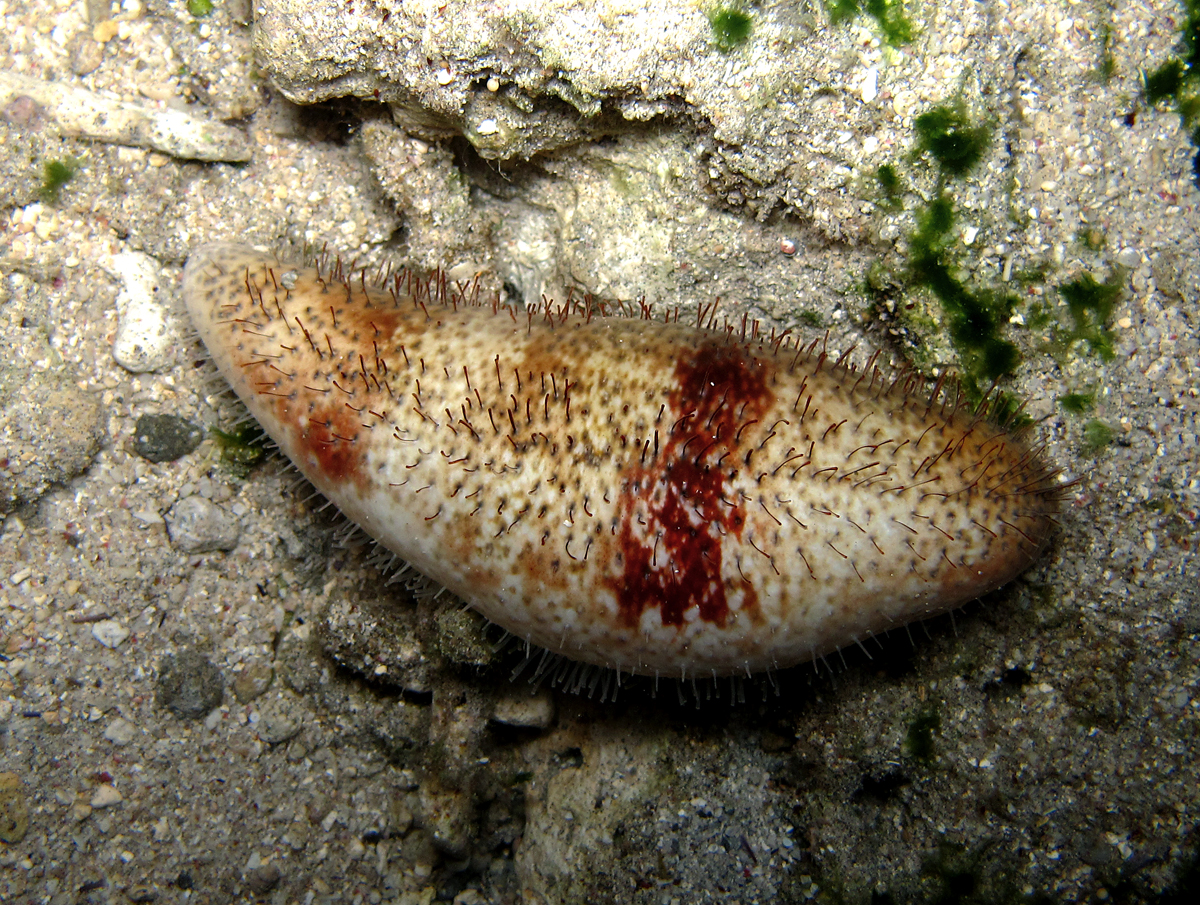
Holothurie chevelue (Actinopyga capillata), de nuit.
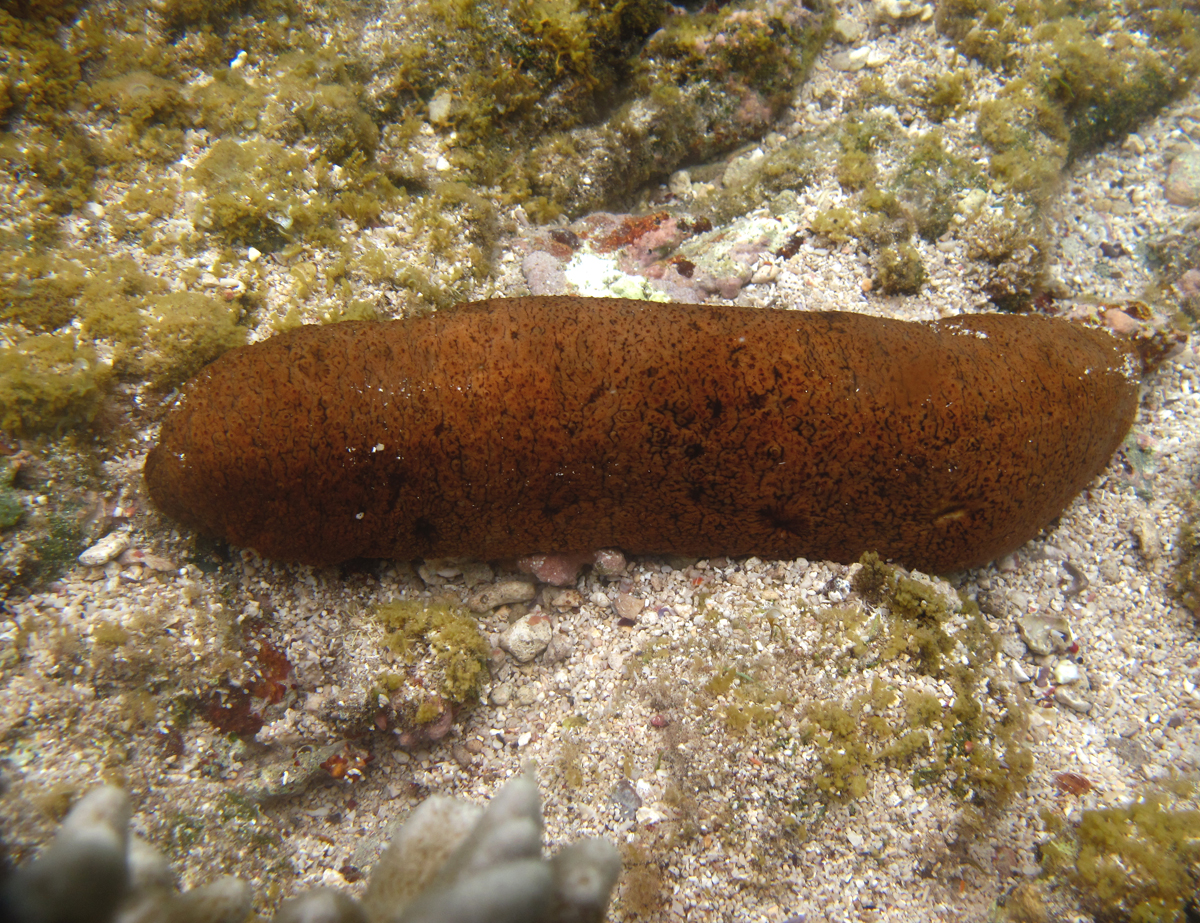
Holothurie brune (Actinopyga echinites)
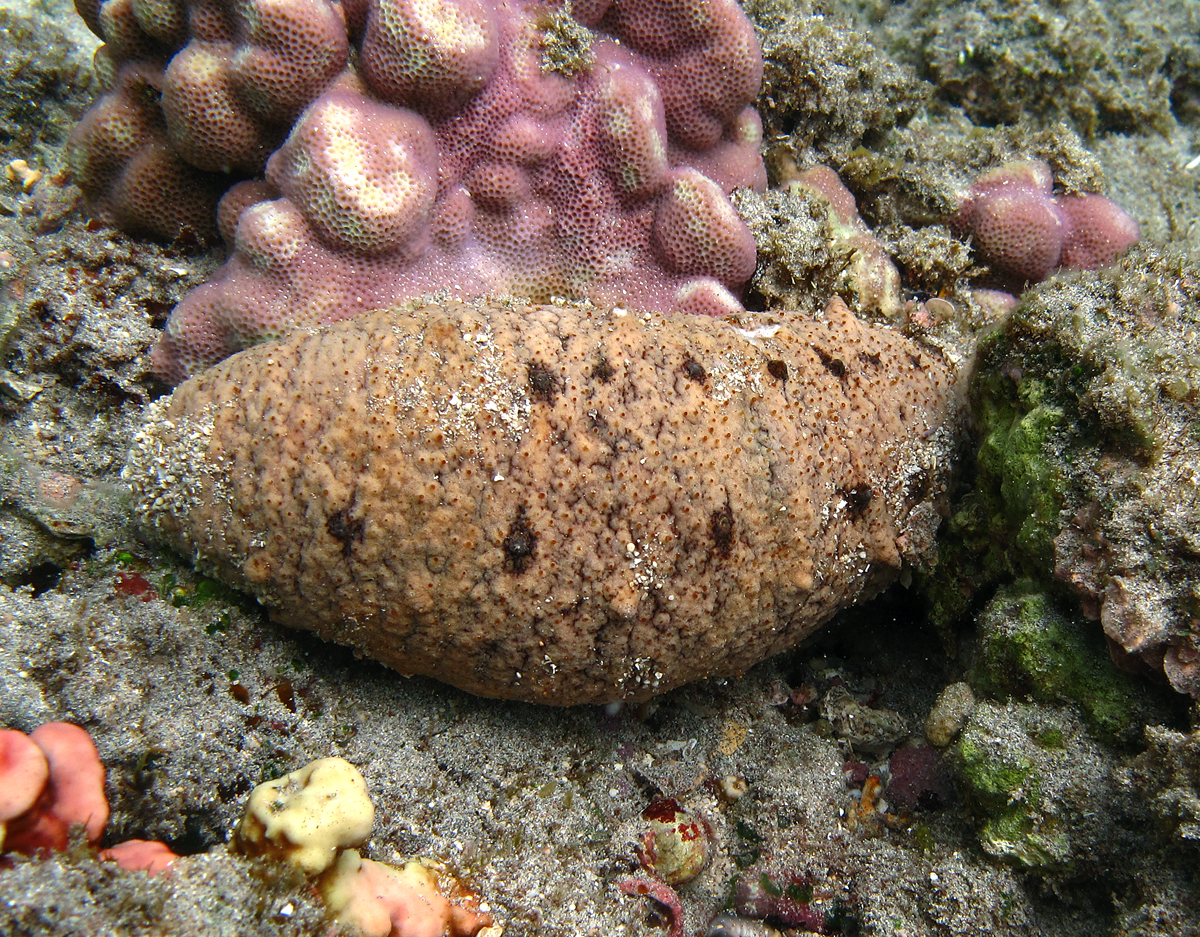
Holothurie brune (Actinopyga cf. echinites), forme réunionnaise[103].
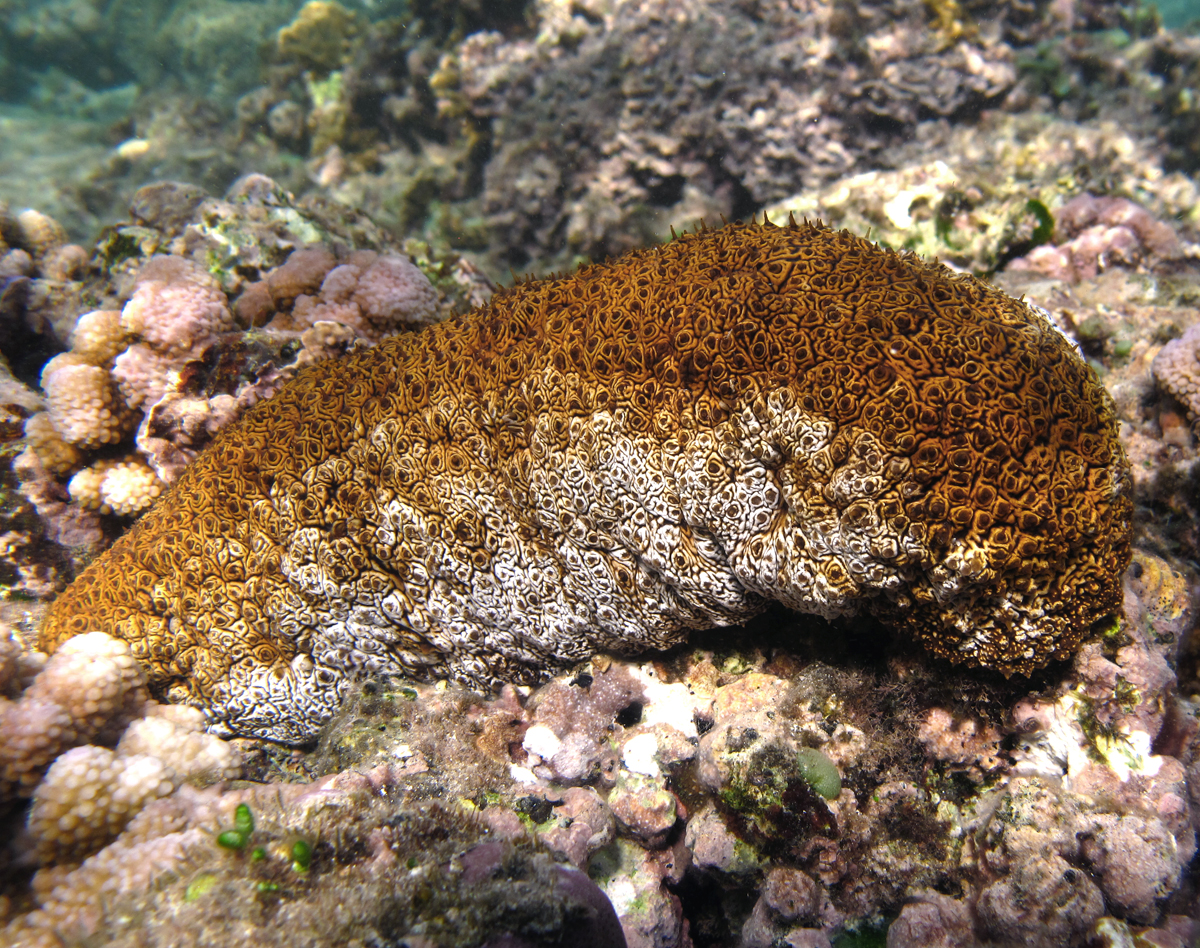
Holothurie des brisants (Actinopyga mauritiana)
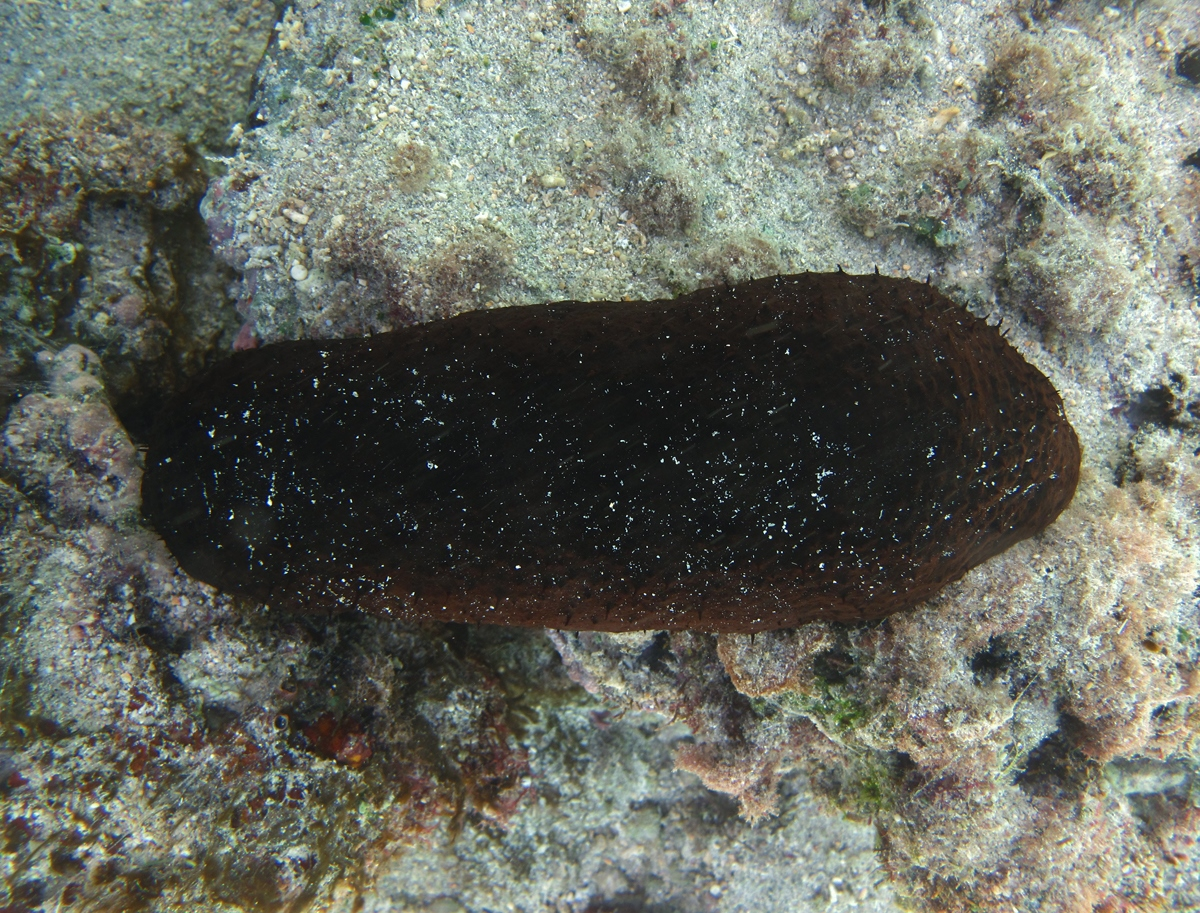
Actinopyga obesa « forme océan Indien »?
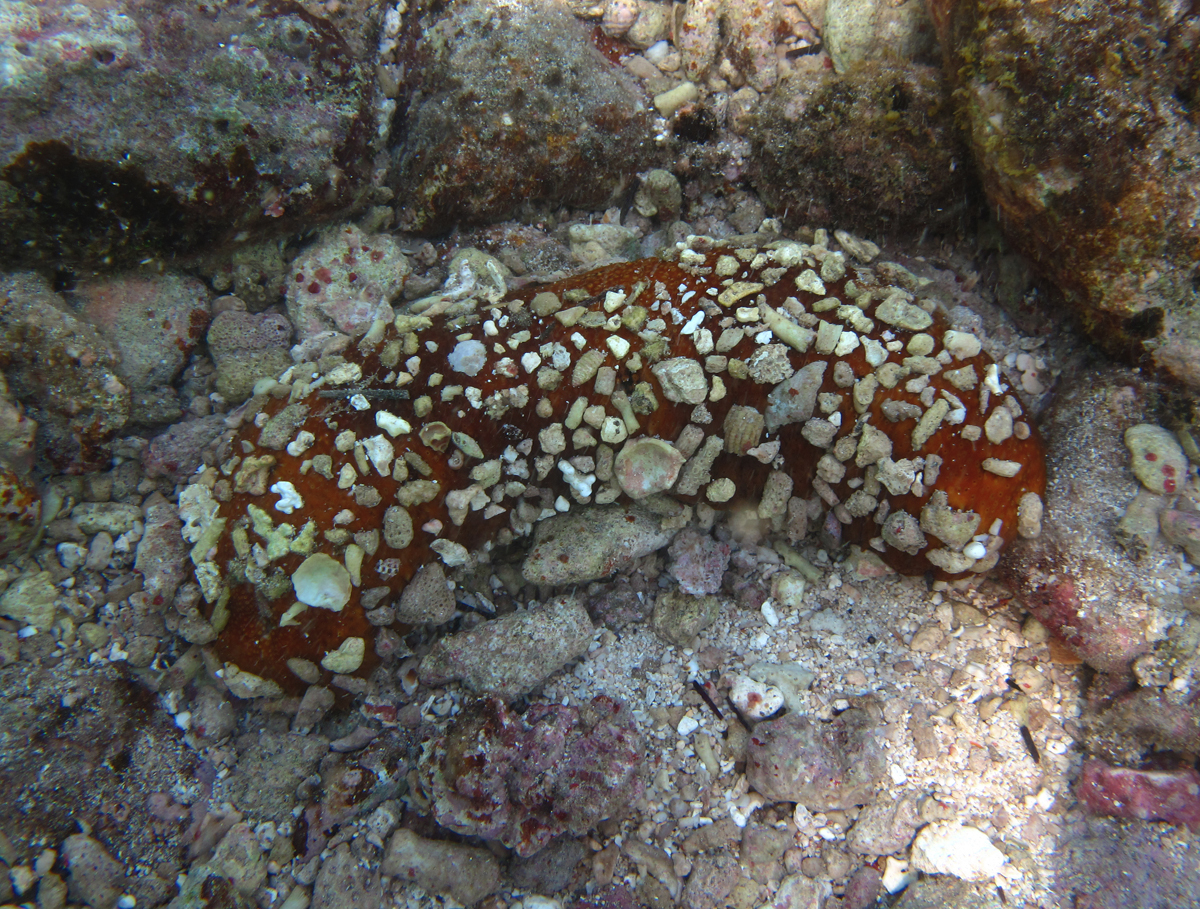
Bohadschia subrubra
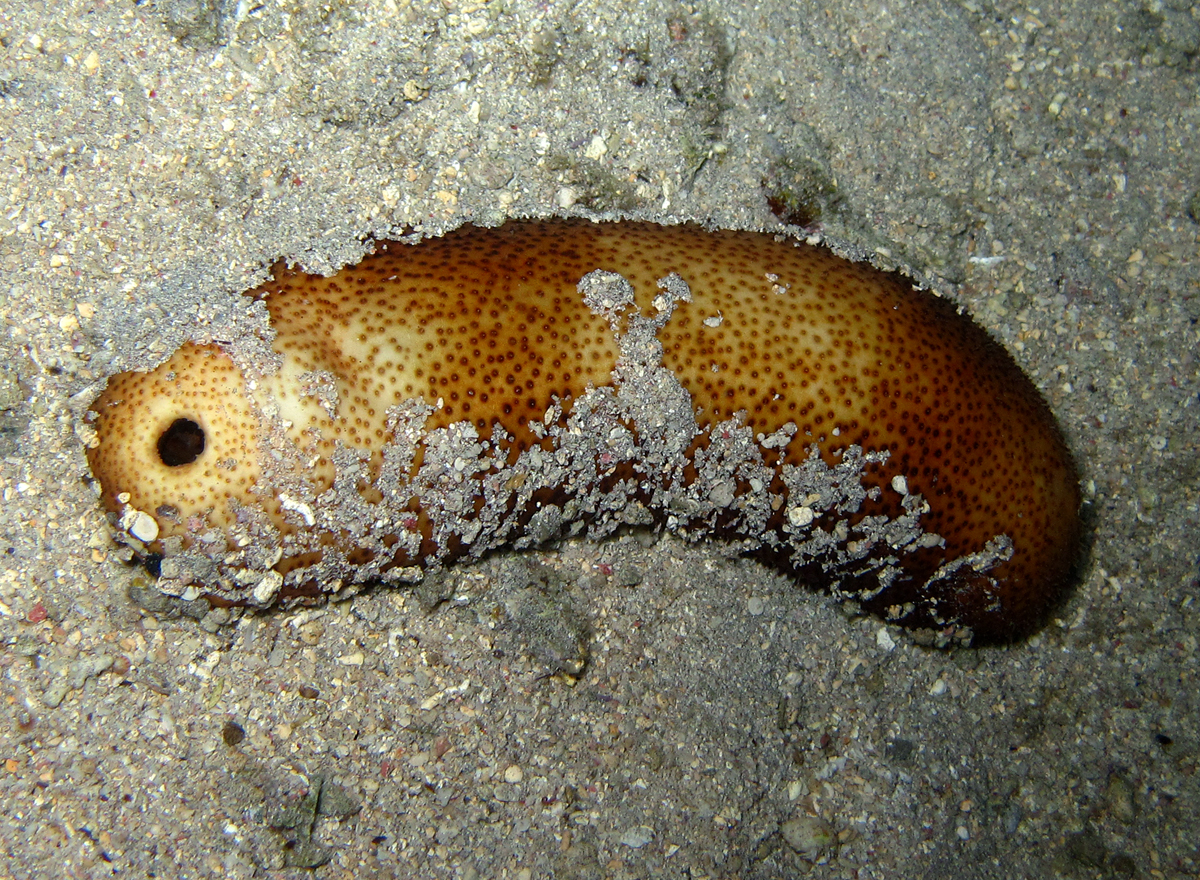
Holothurie de sable brune (Bohadschia vitiensis), de nuit.
Holothurie des sables (Holothuria arenicola)
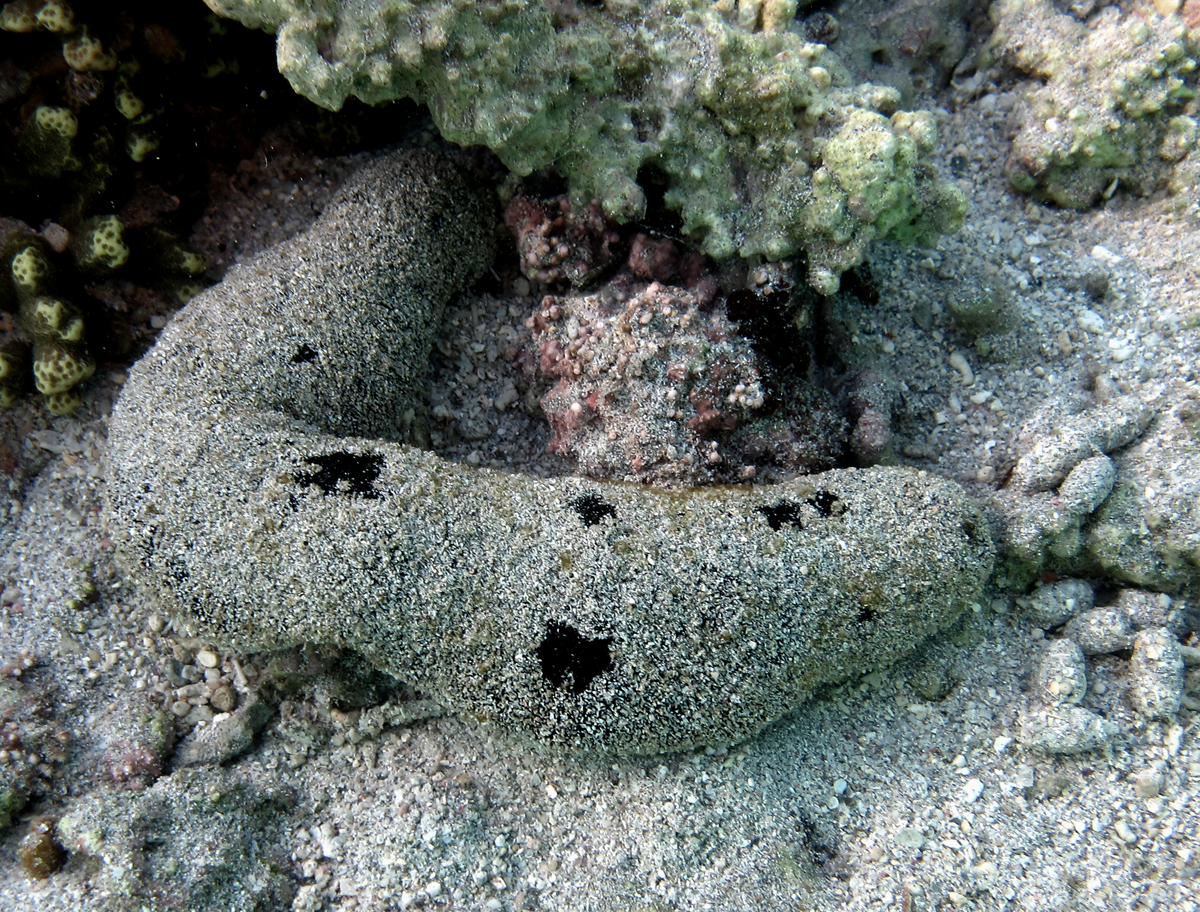
Holothurie à ocelles noirs (Holothuria atra)
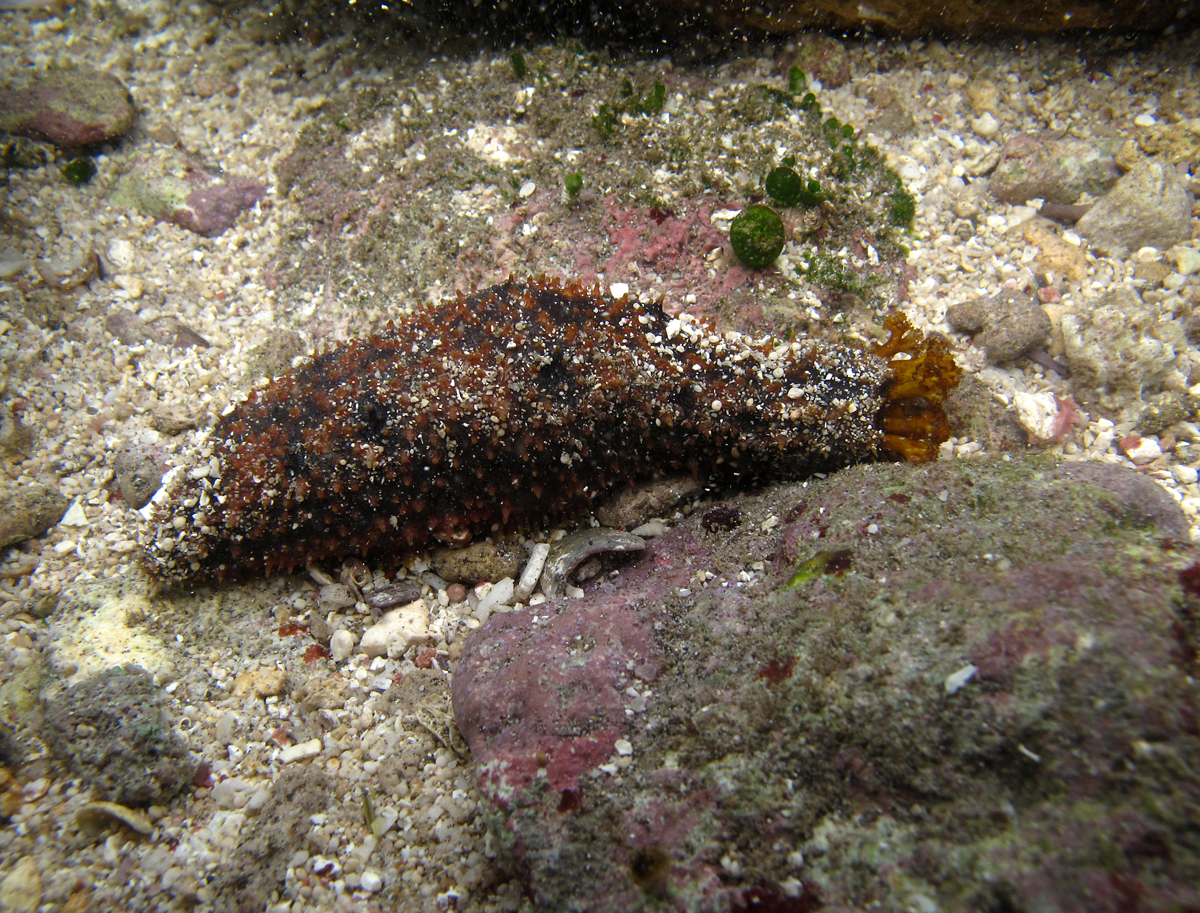
Holothurie cendrée (Holothuria cinerascens)
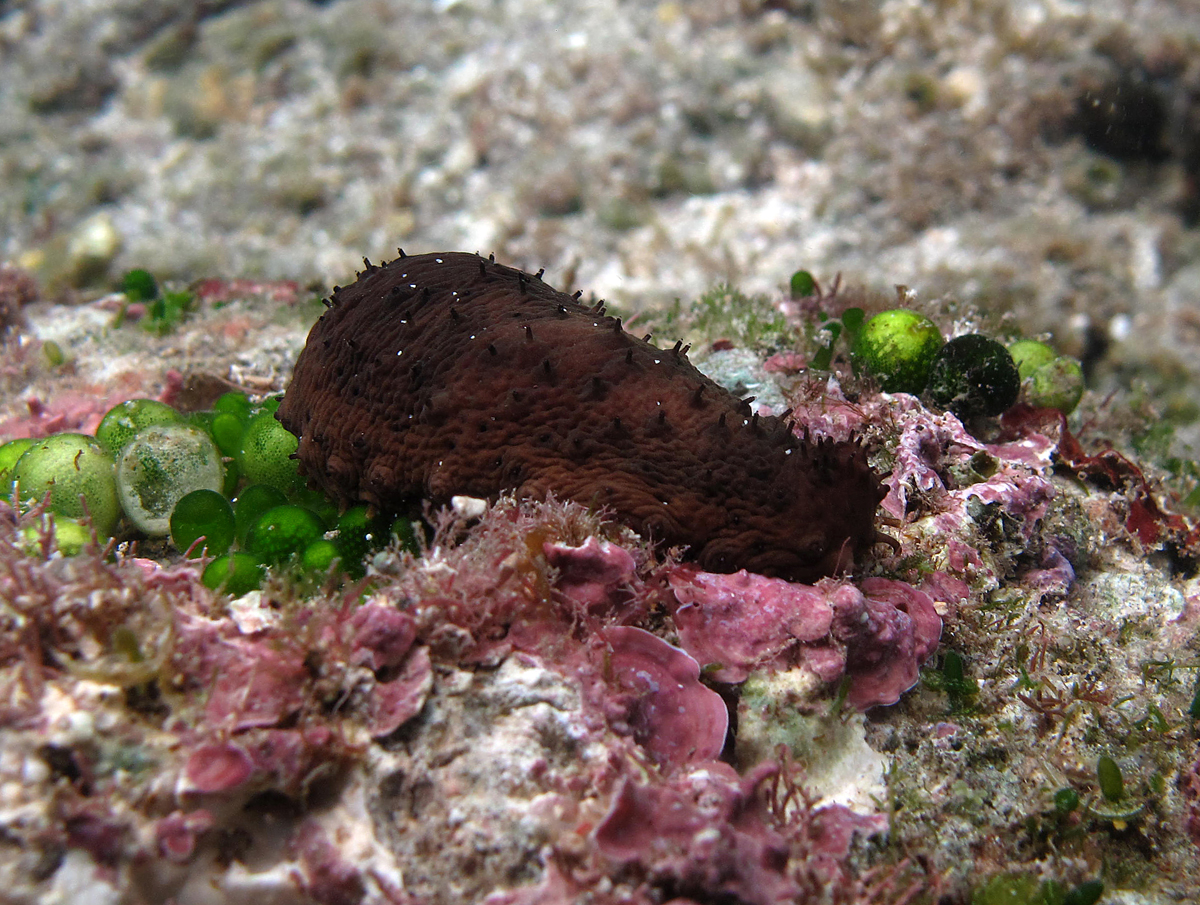
Holothurie difficile (Holothuria difficilis)
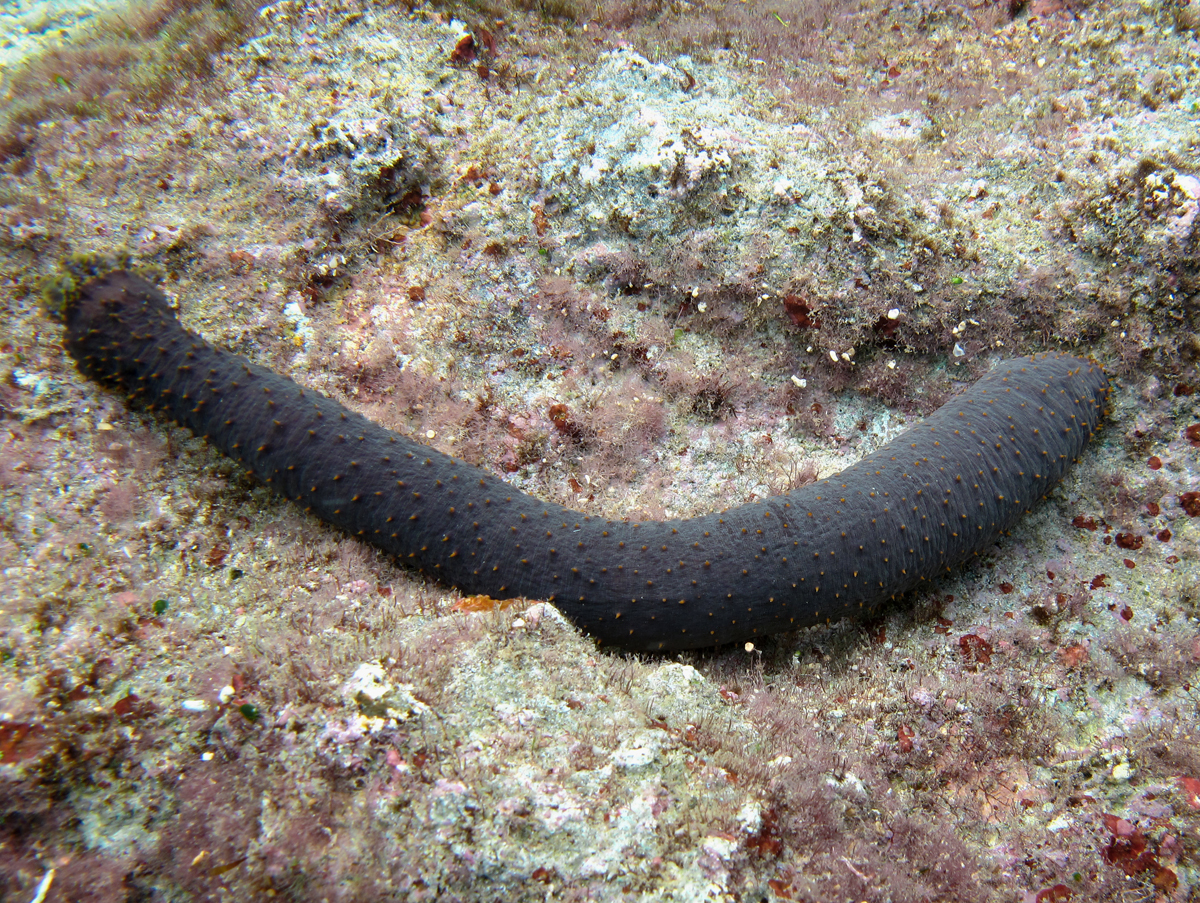
Holothurie-serpent rouge (Holothuria flavomaculata)
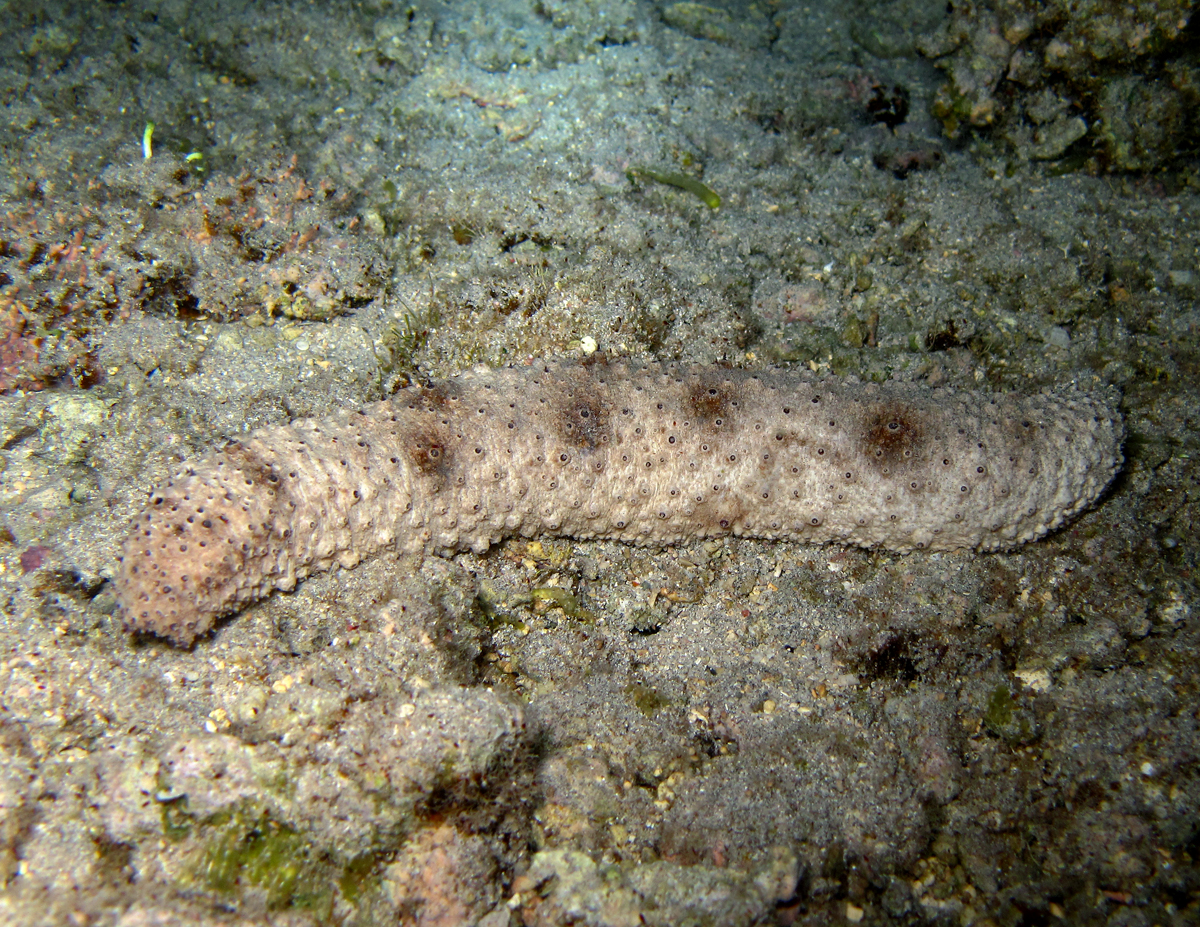
Holothurie cendre brune (Holothuria fuscocinerea), de nuit.
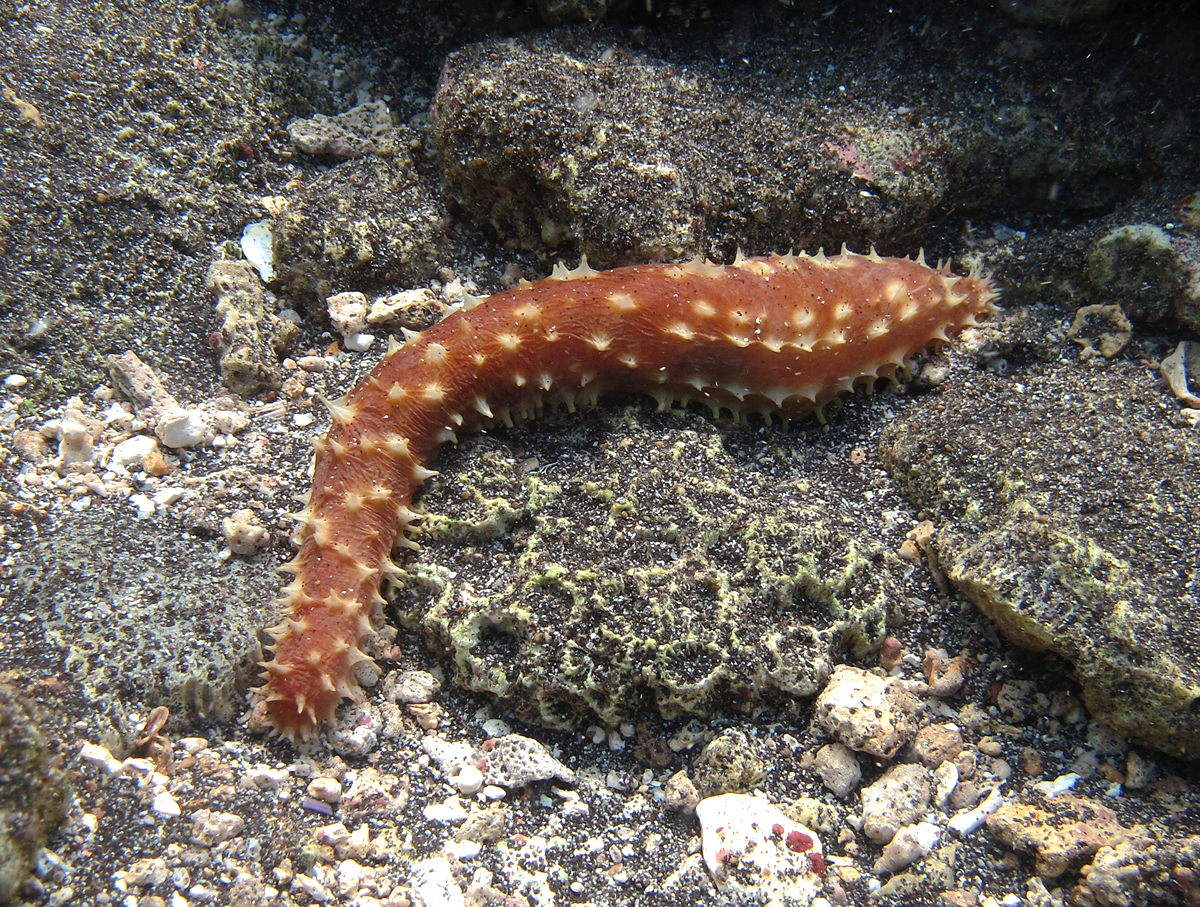
Holothurie contractile (Holothuria hilla)
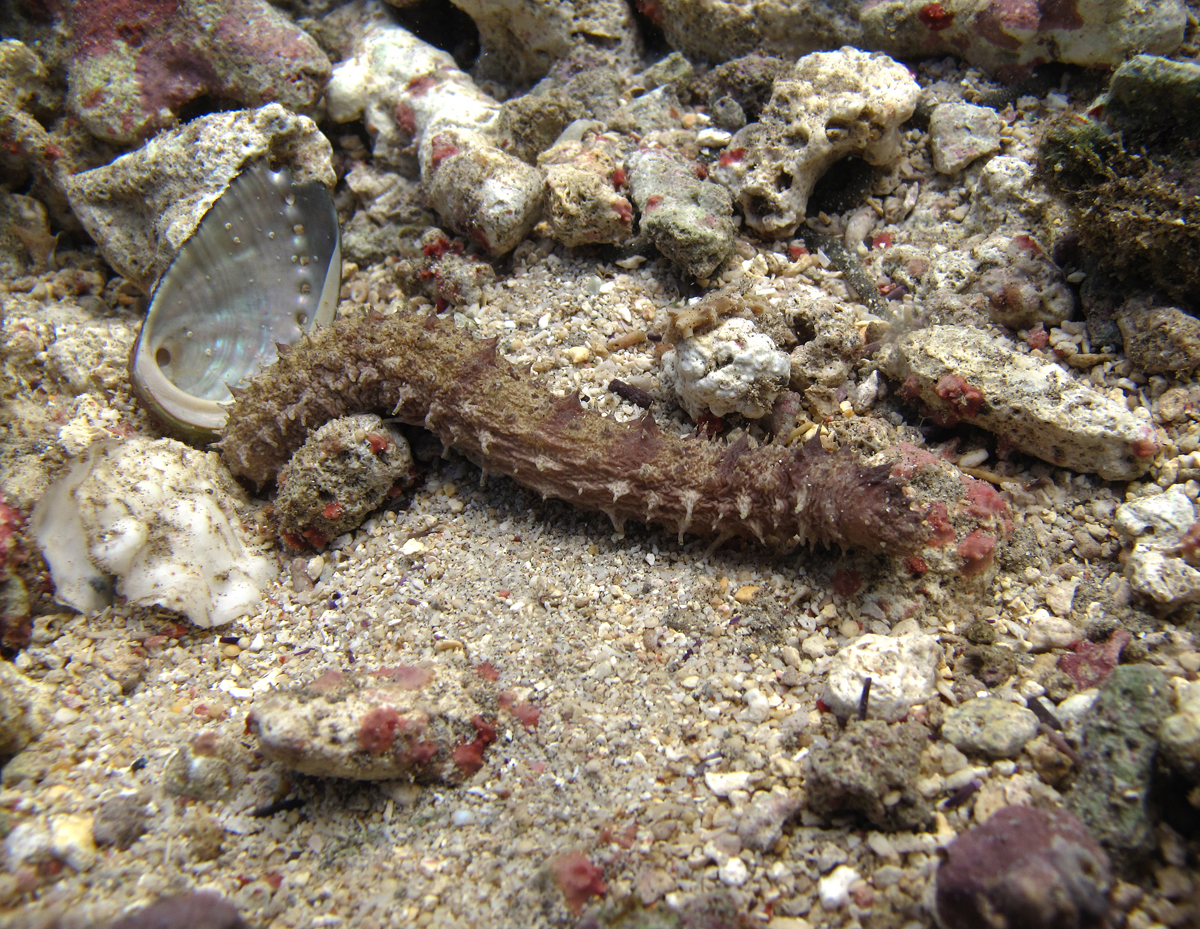
Holothuria impatiens
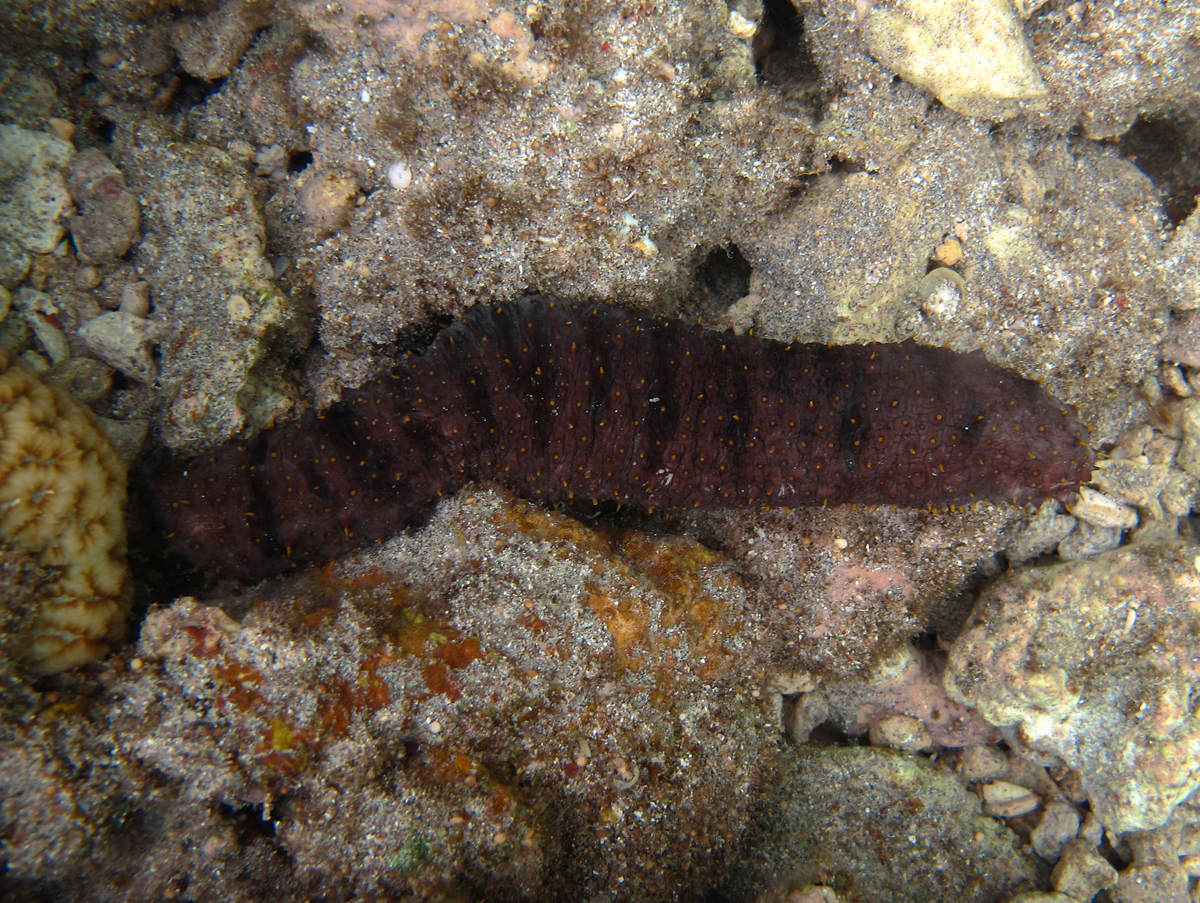
Une holothurie indéterminée du complexe Holothuria impatiens
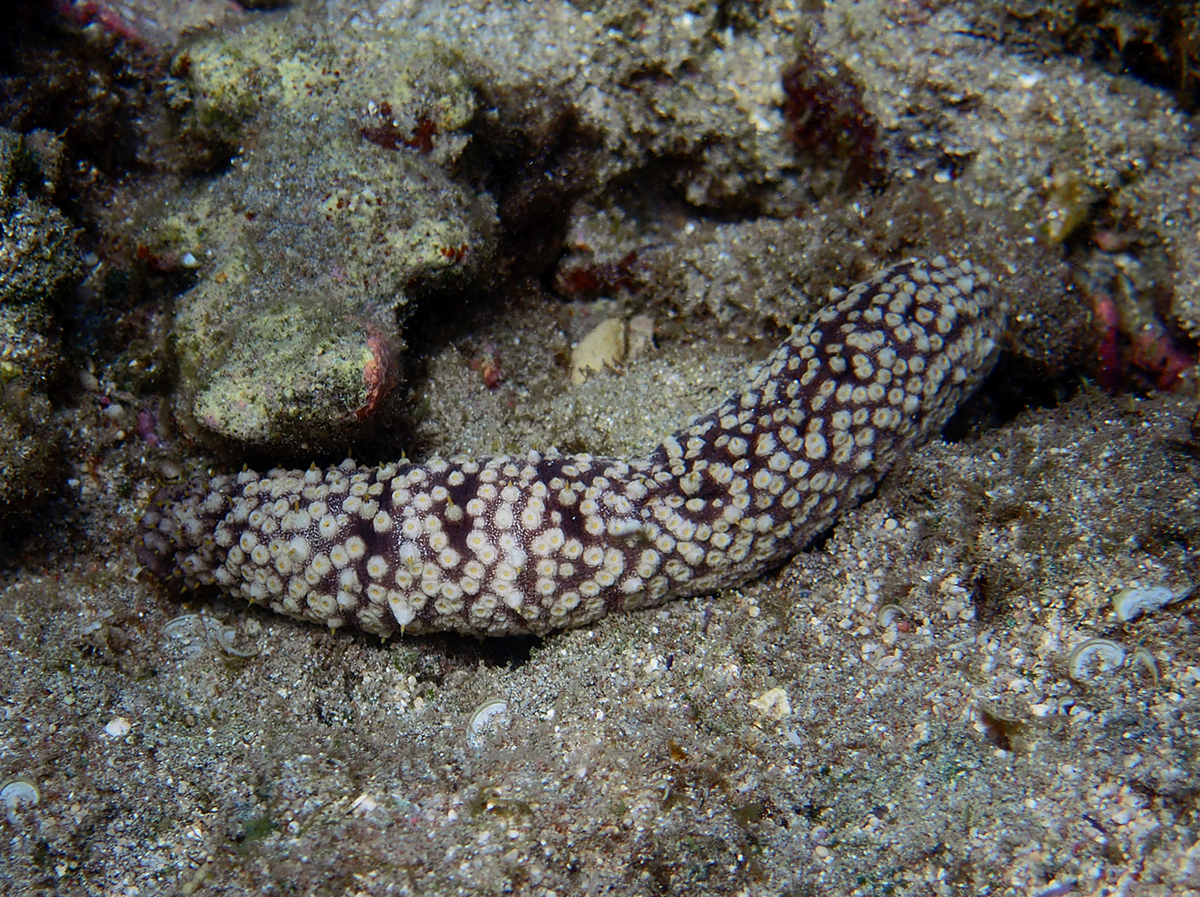
Holothuria aff. impatiens
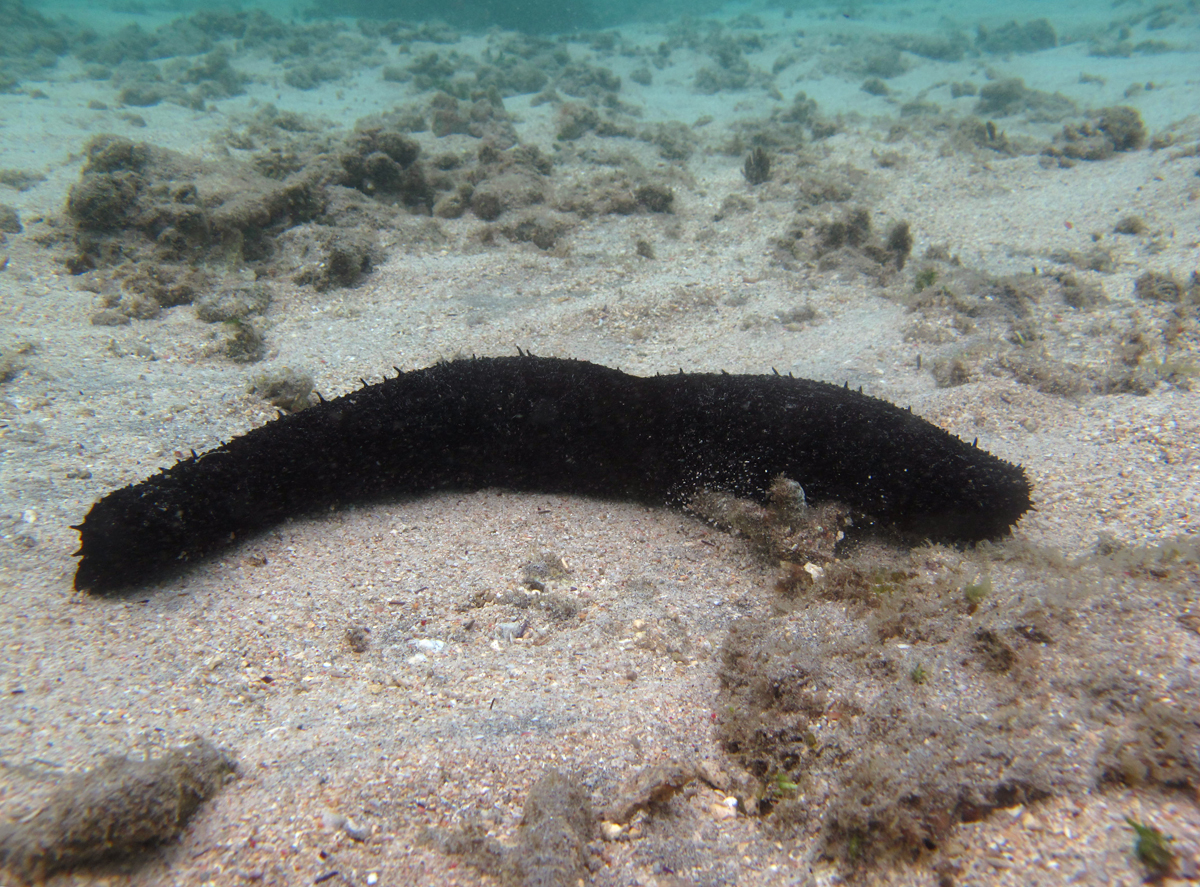
Holothurie noire de l'Indo-Pacifique (Holothuria leucospilota)
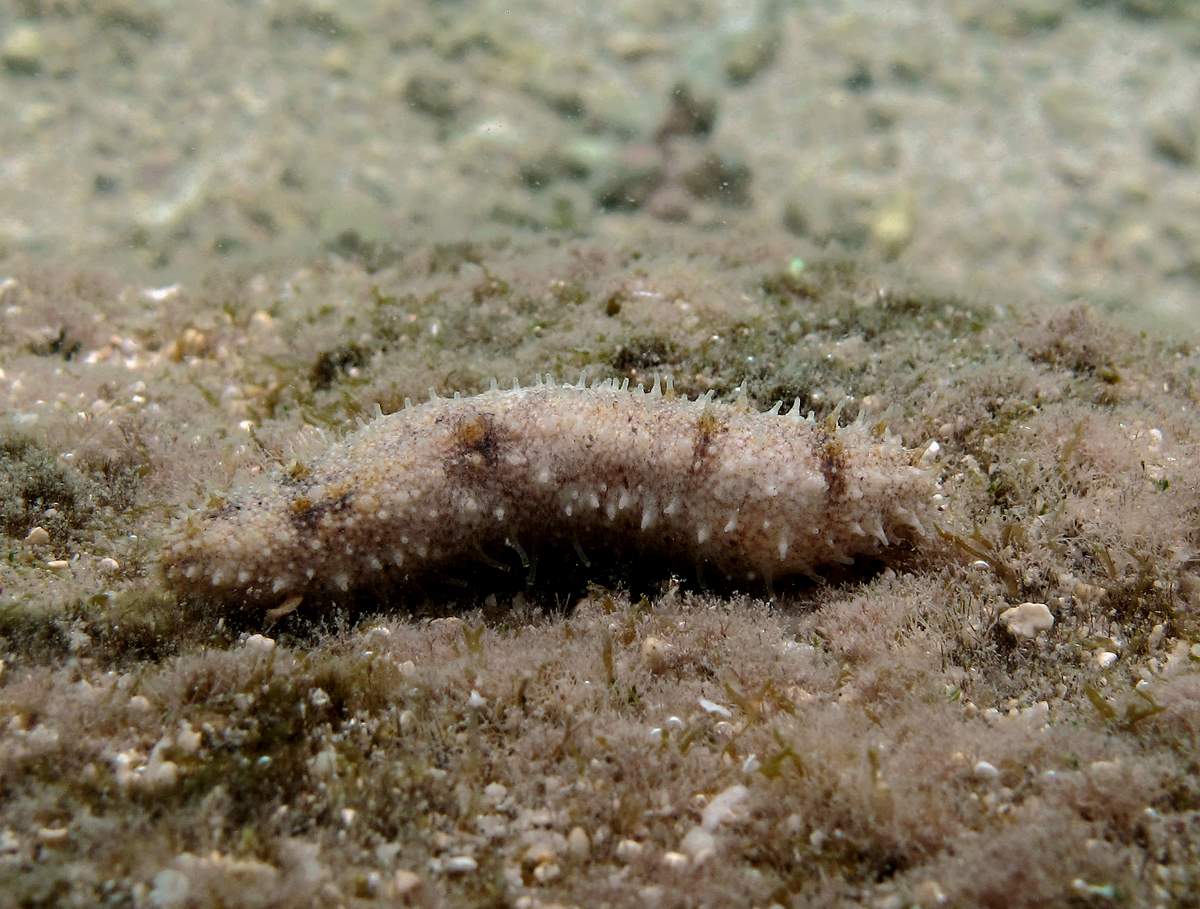
Holothuria lineata
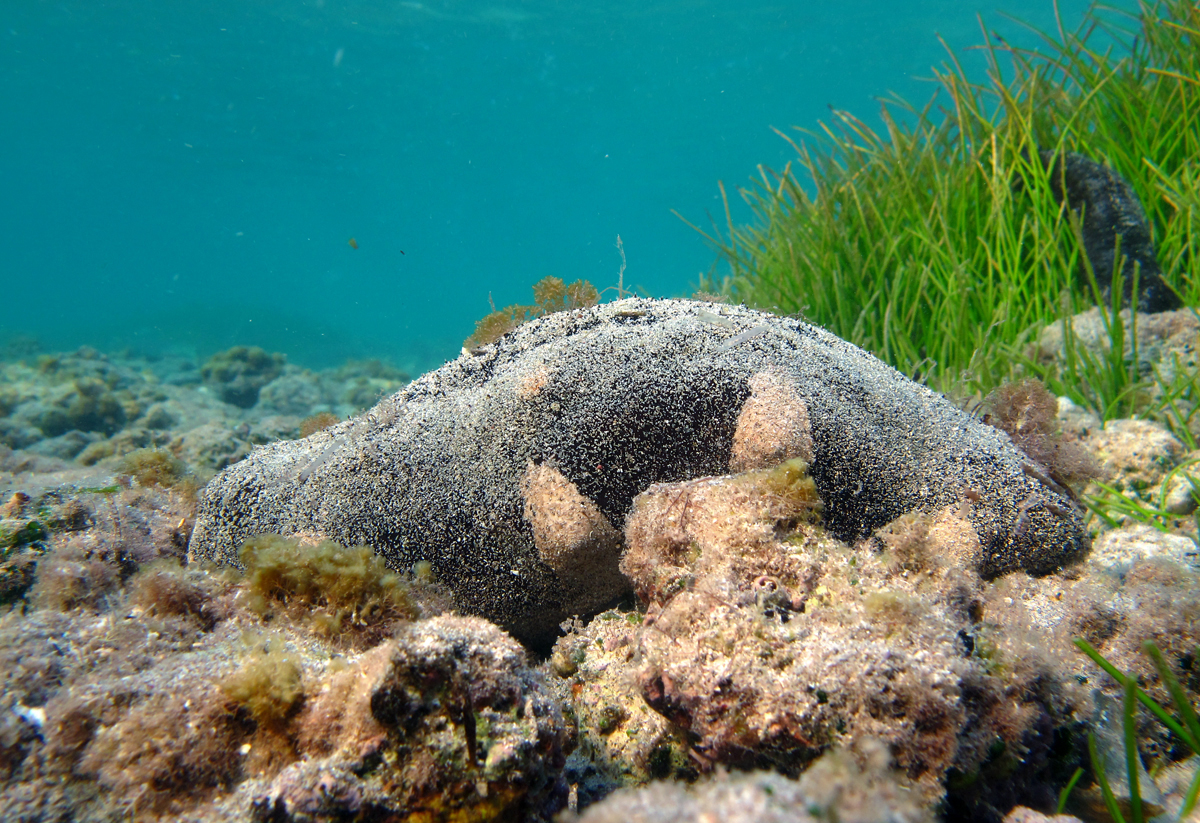
Holothurie noire à mamelles (Holothuria nobilis)
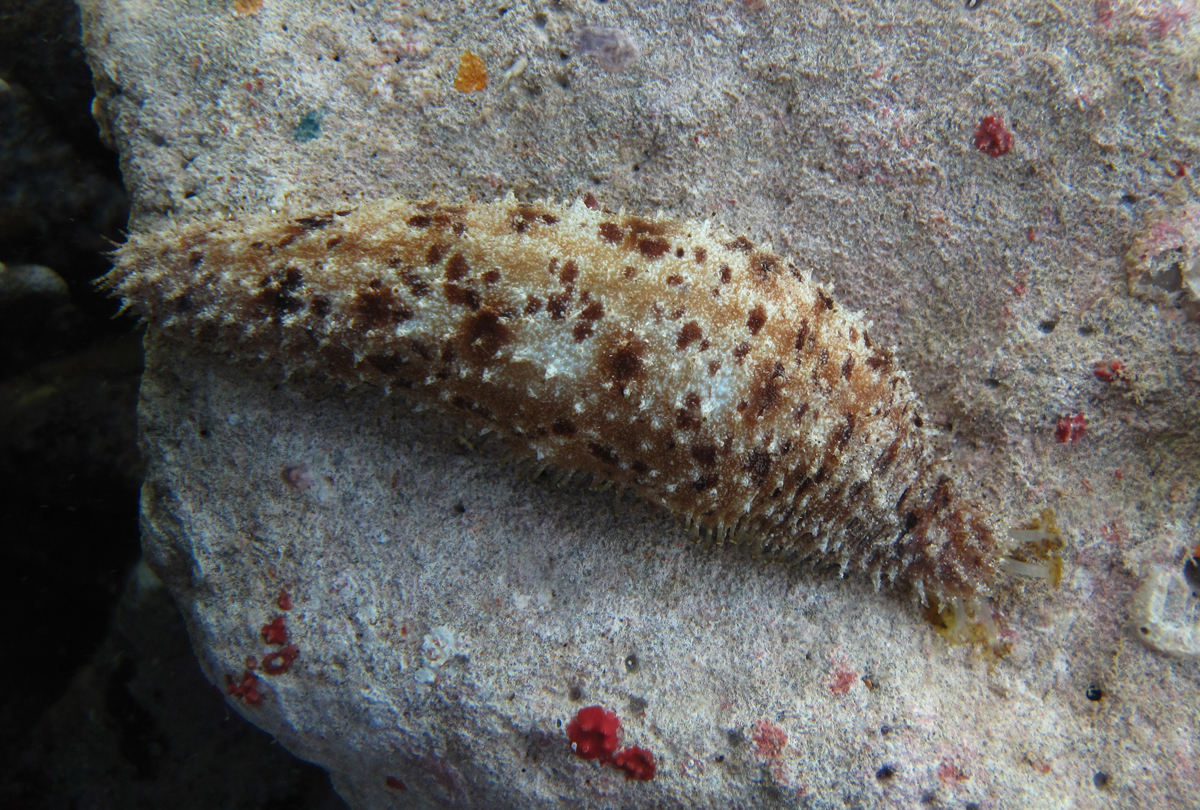
Holothuria pardalis
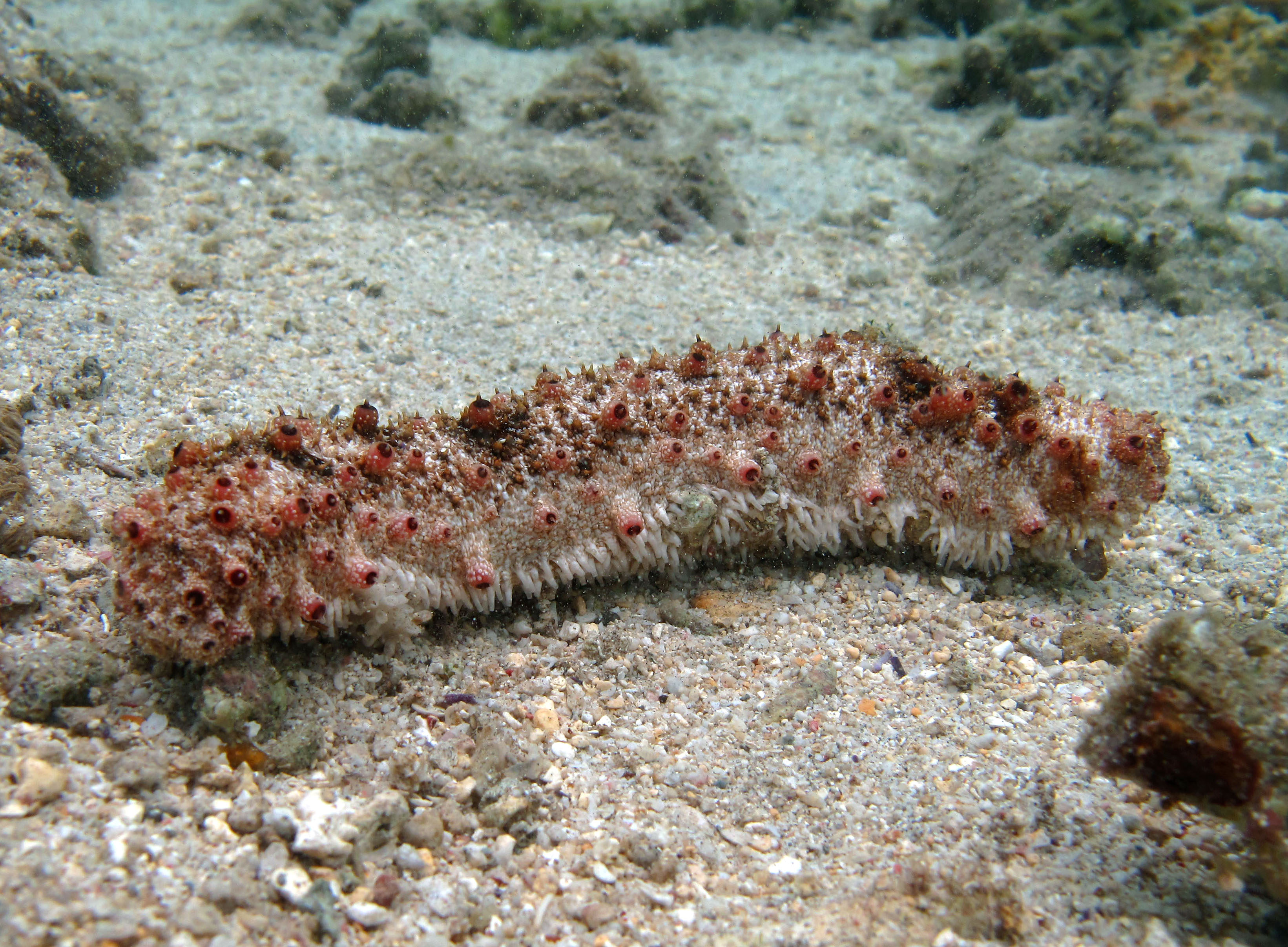
Holothurie têtue (Holothuria pervicax)
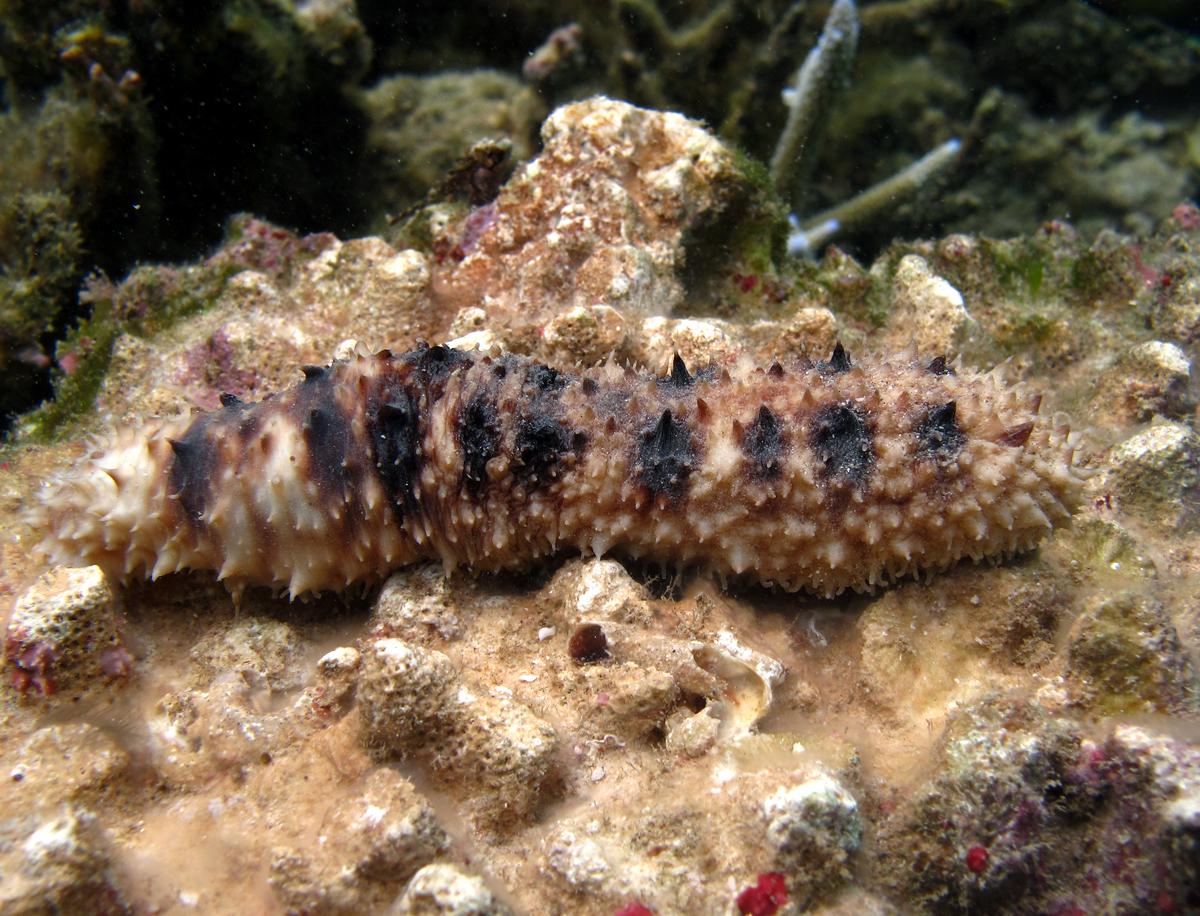
Holothuria verrucosa
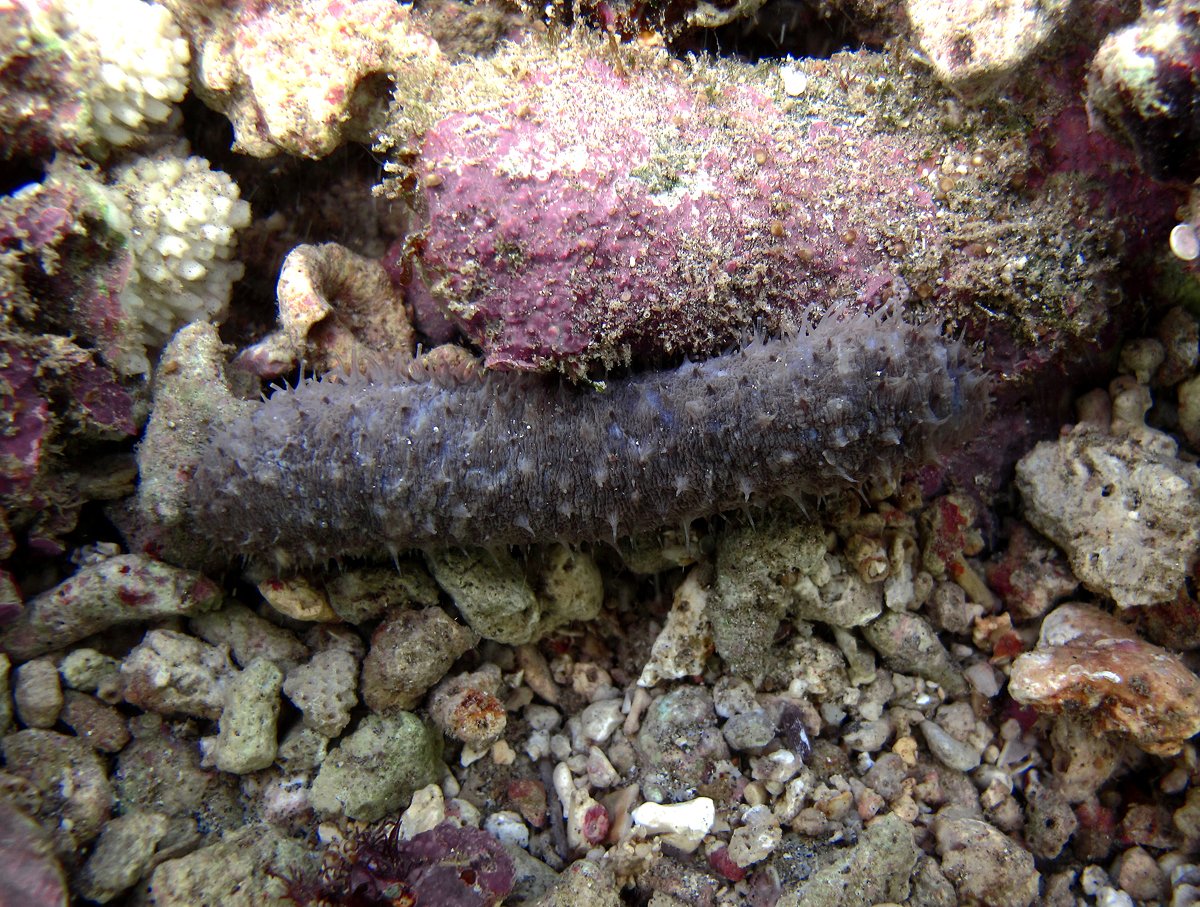
Une Holothuria (Stauropora) inconnue
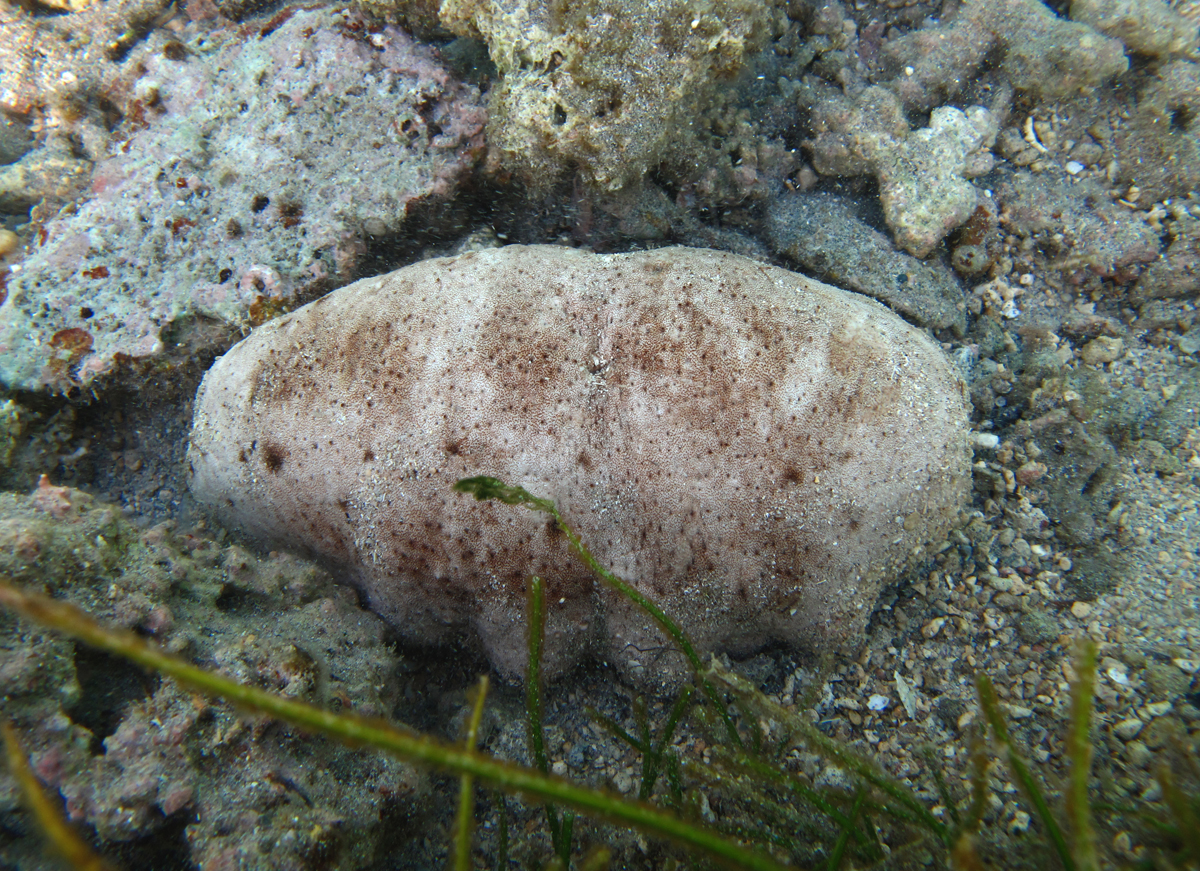
Une holothurie blanche à mamelles non identifiée (peut-être Holothuria fuscogilva ?).
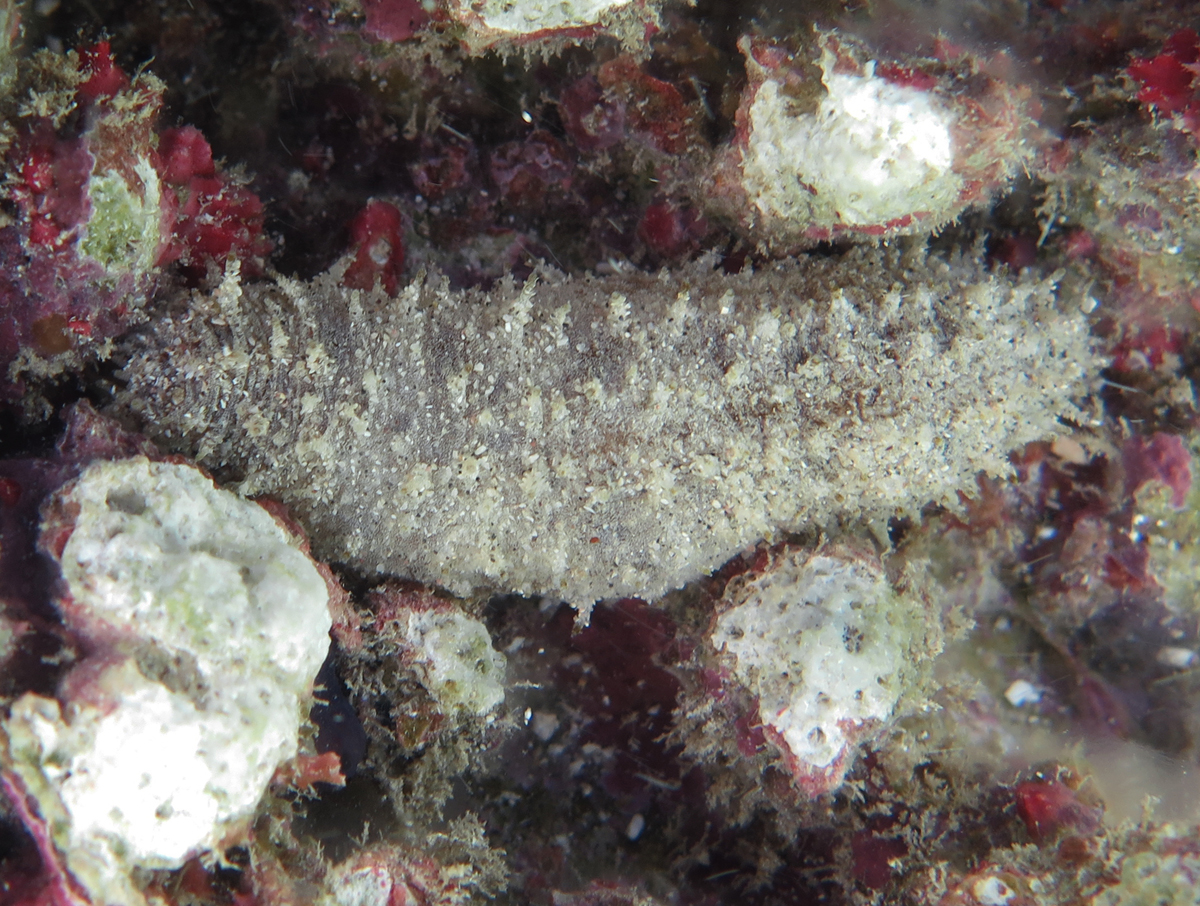
Holothuria sp. inconnue
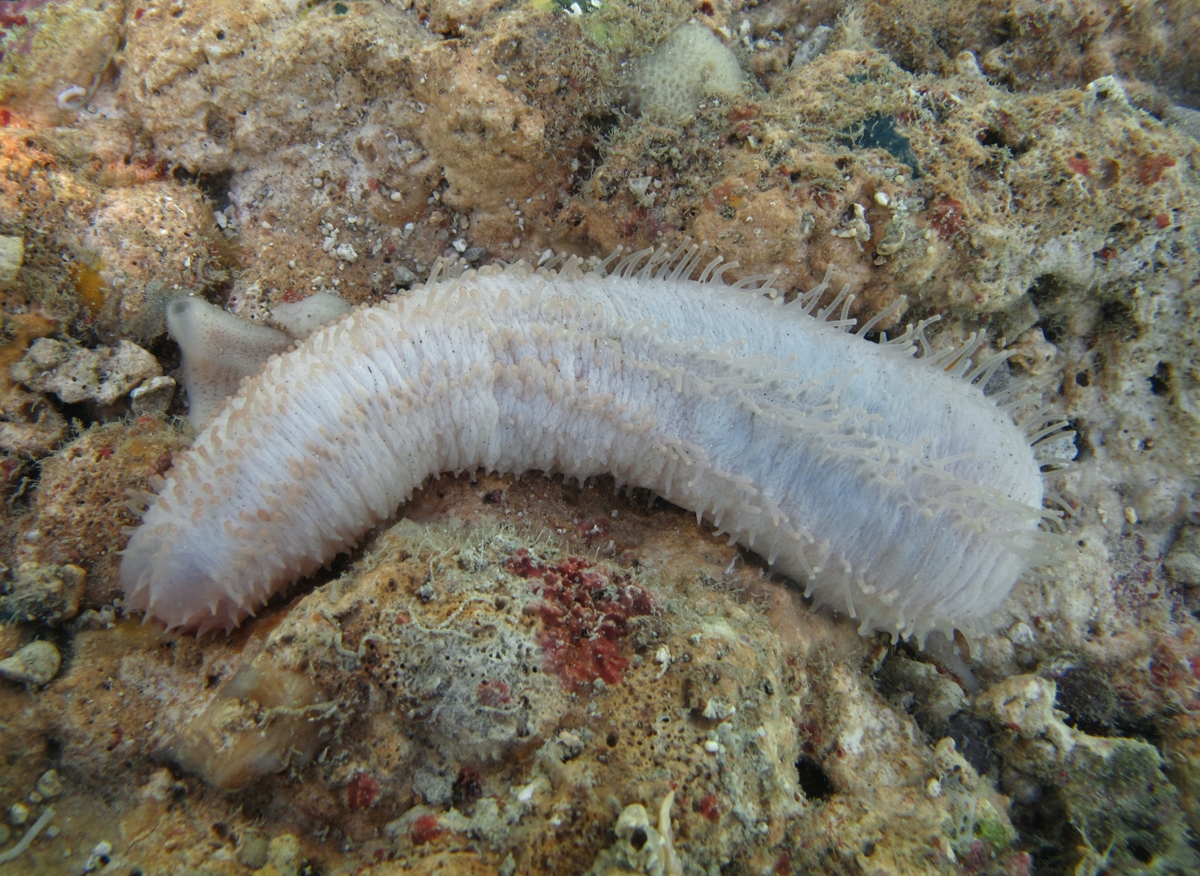
Labidodemas pertinax?
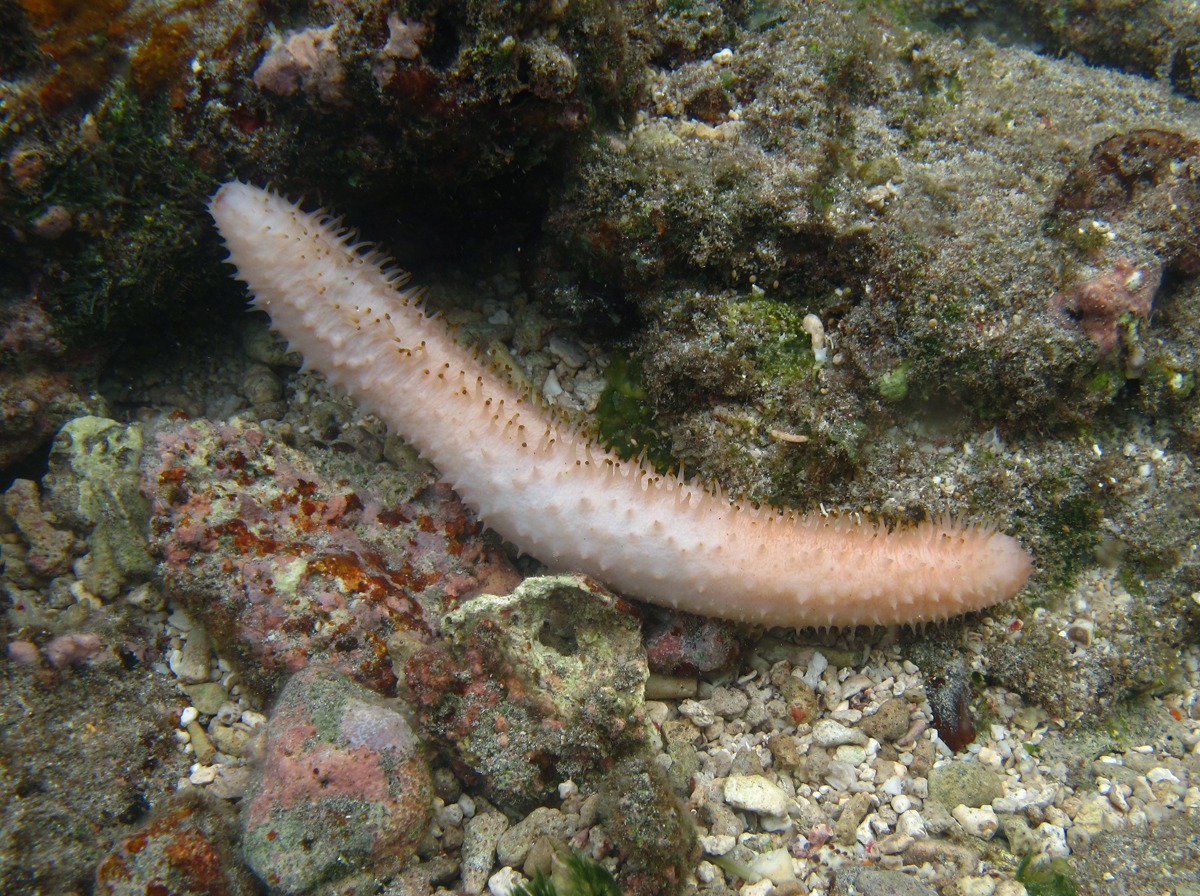
Labidodemas rigida?
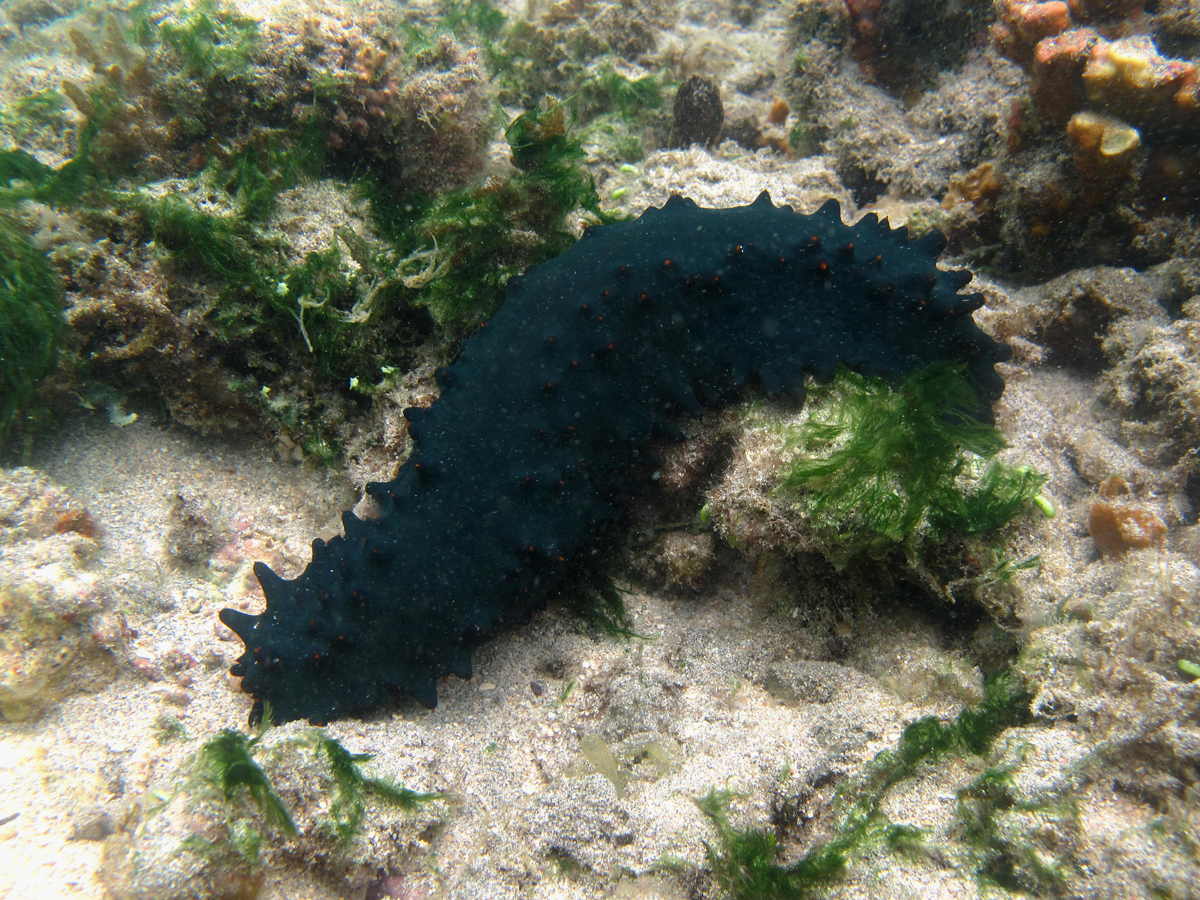
Holothurie verte (Stichopus chloronotus)
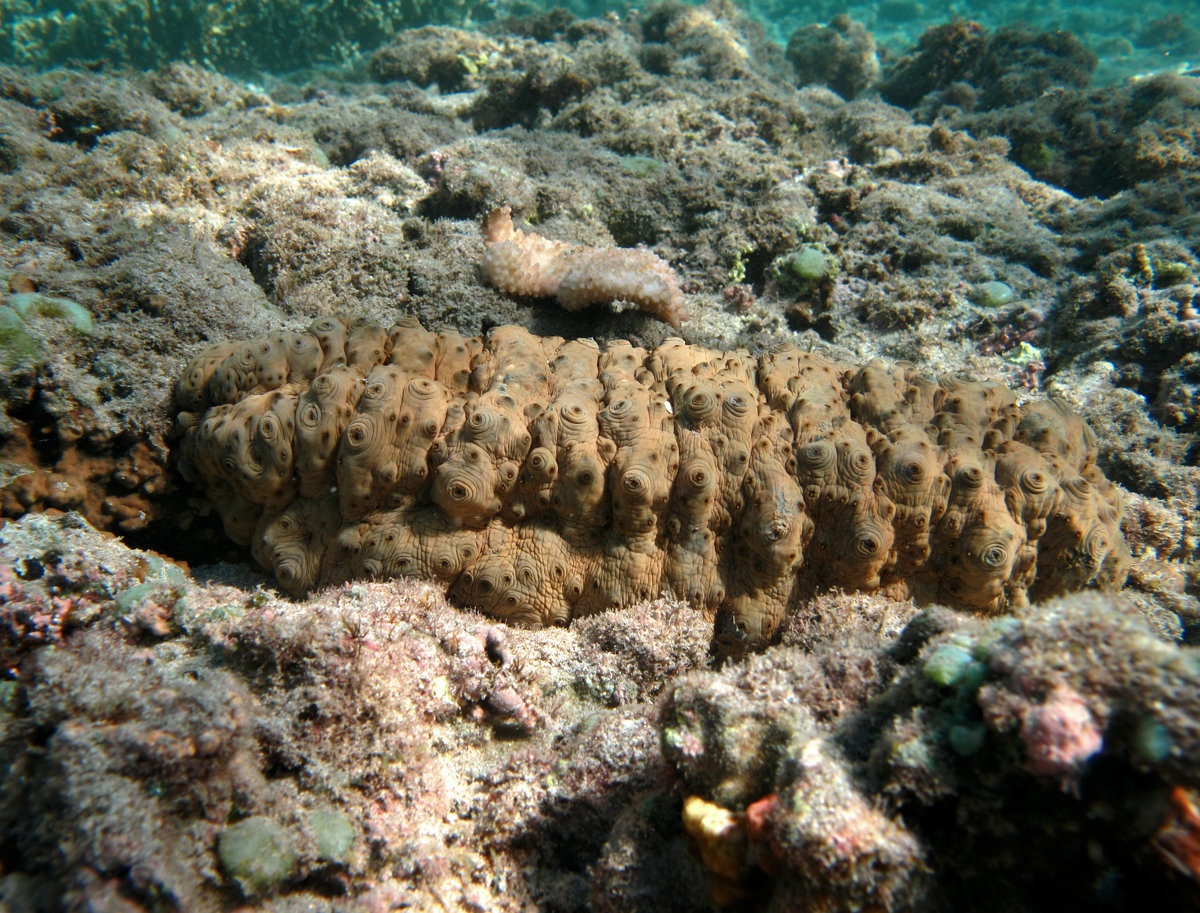
Une holothurie curry (Stichopus herrmanni)
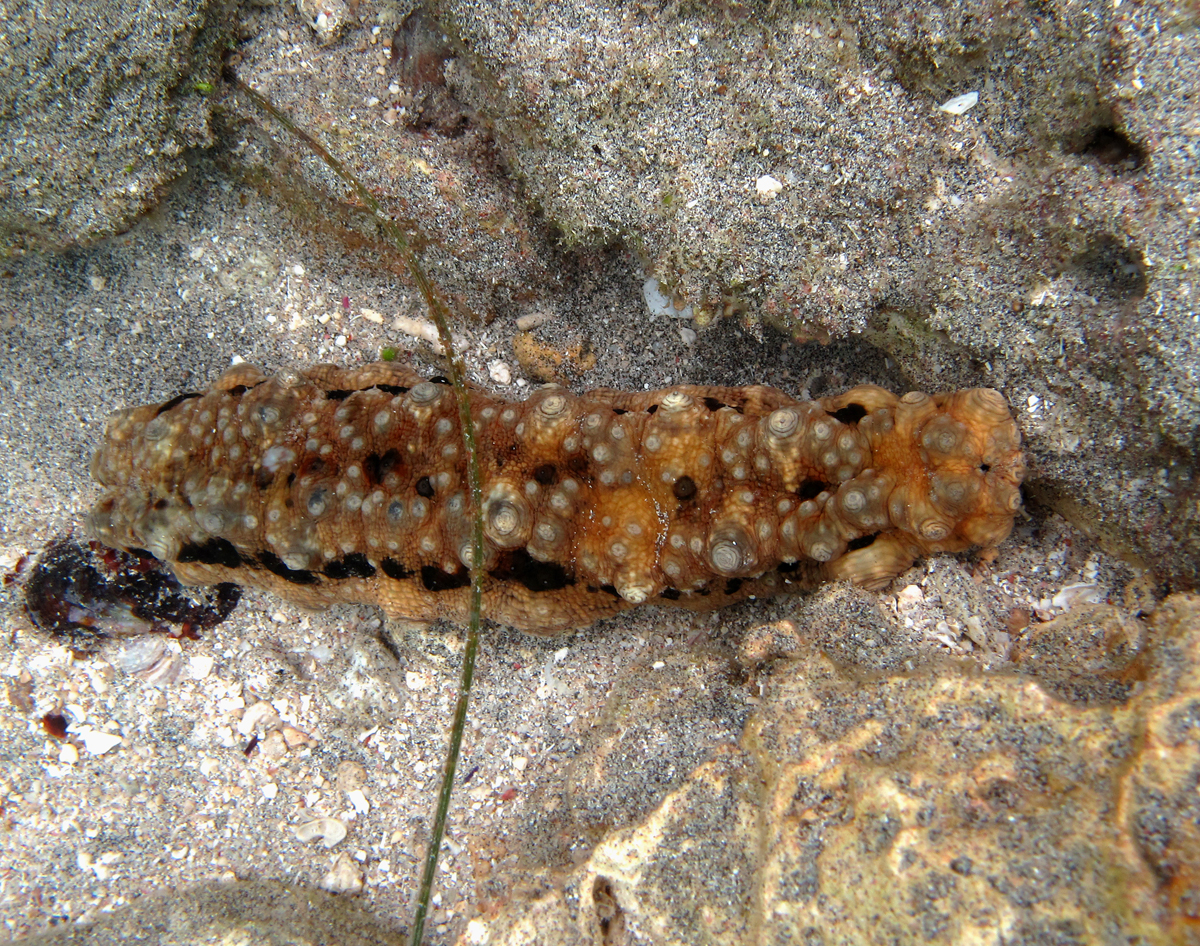
Stichopus monotuberculatus
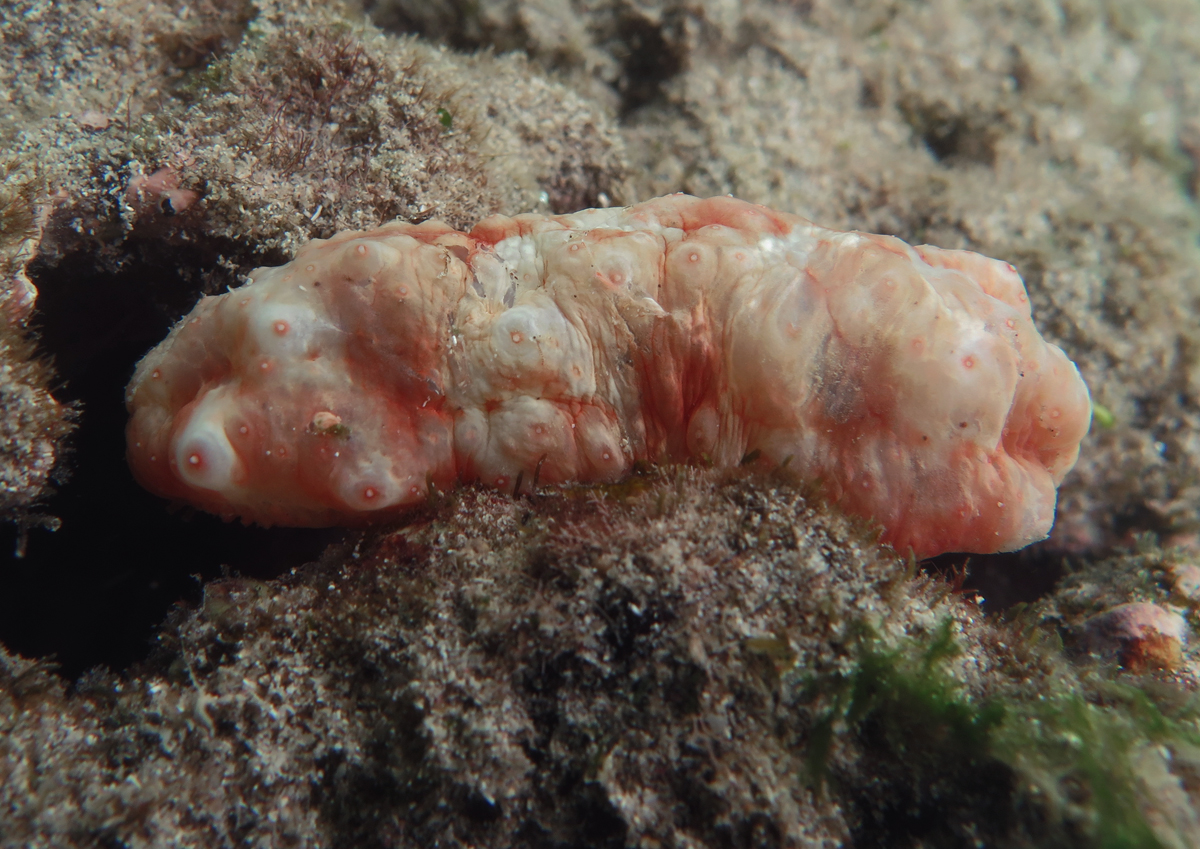
Stichopus sp. juvénile non identifié
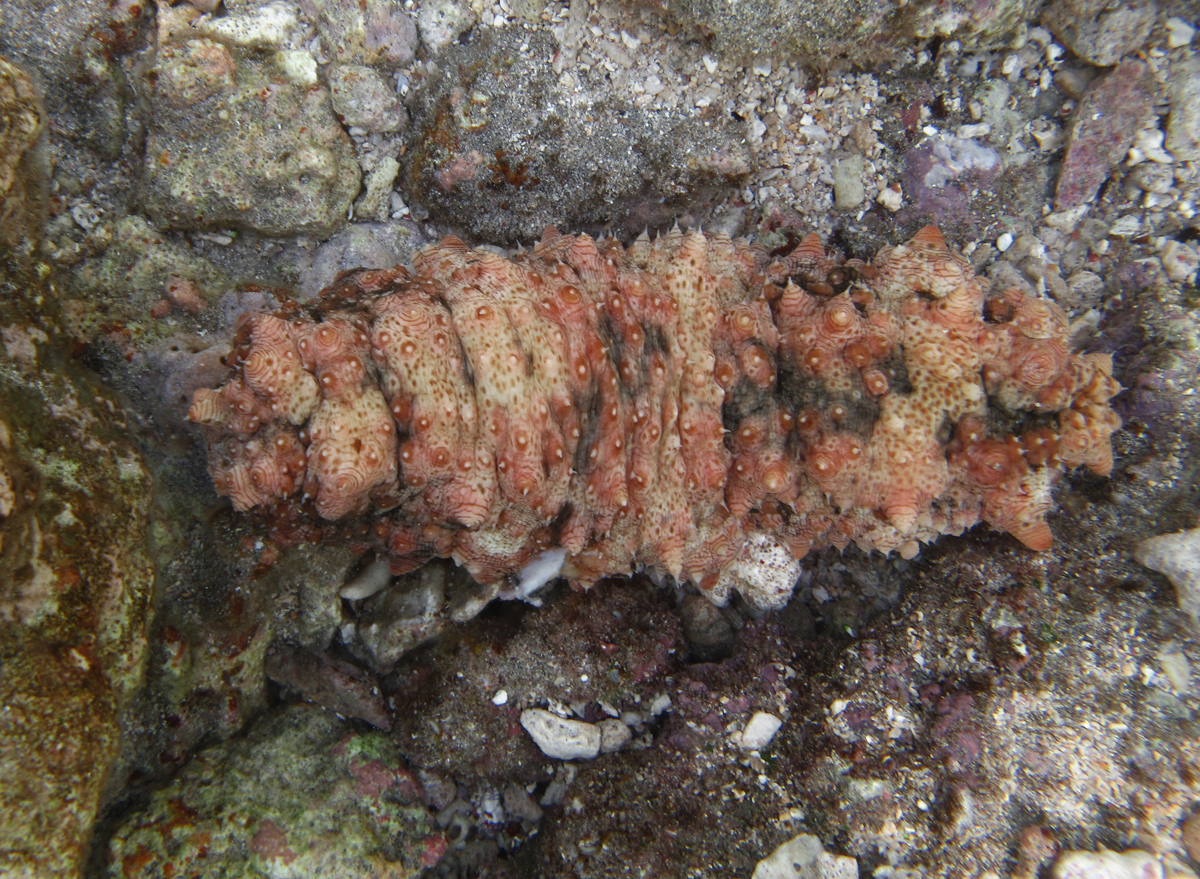
Stichopus sp. inconnu
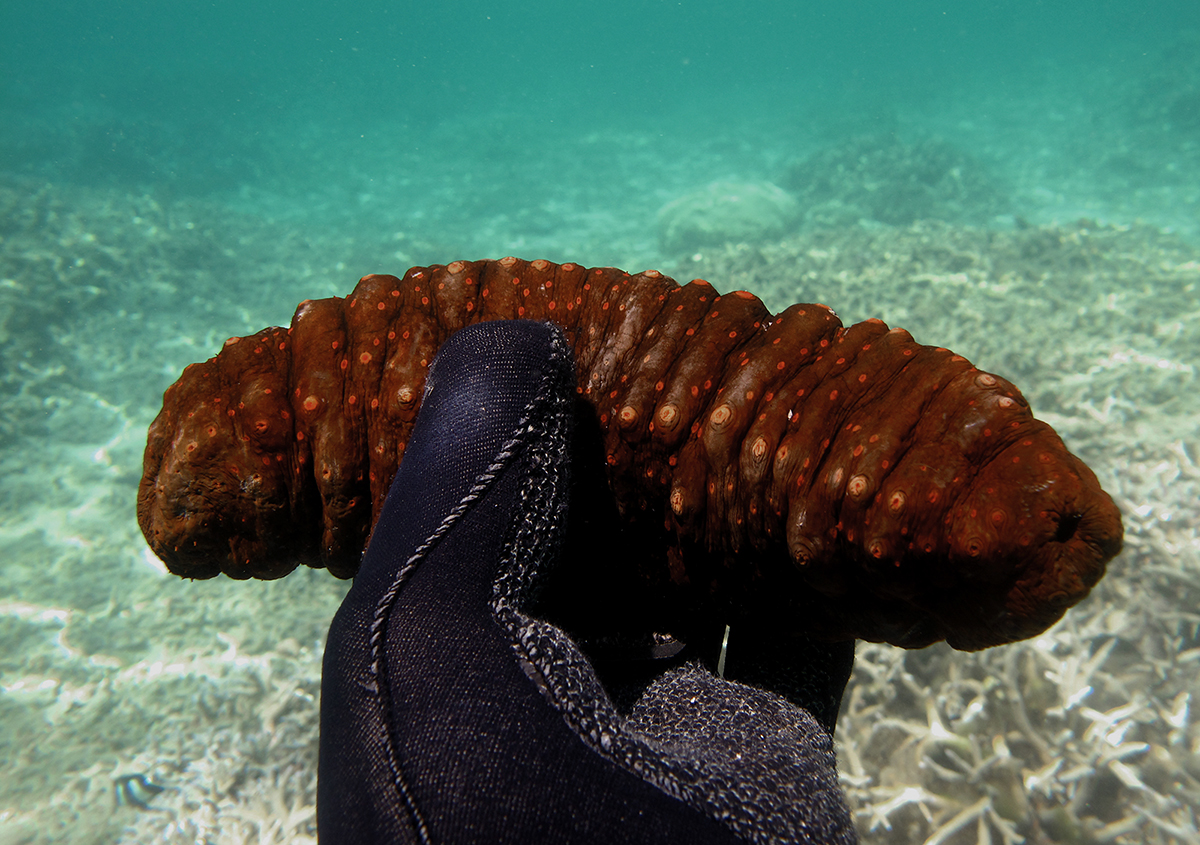
Stichopus non identifié
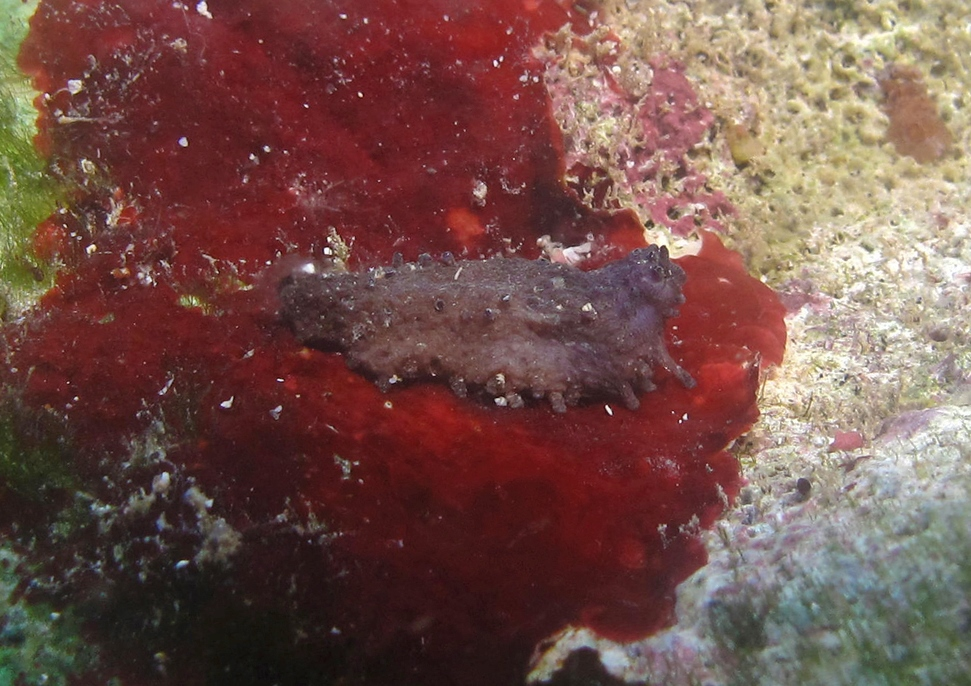
Afrocucumis africana
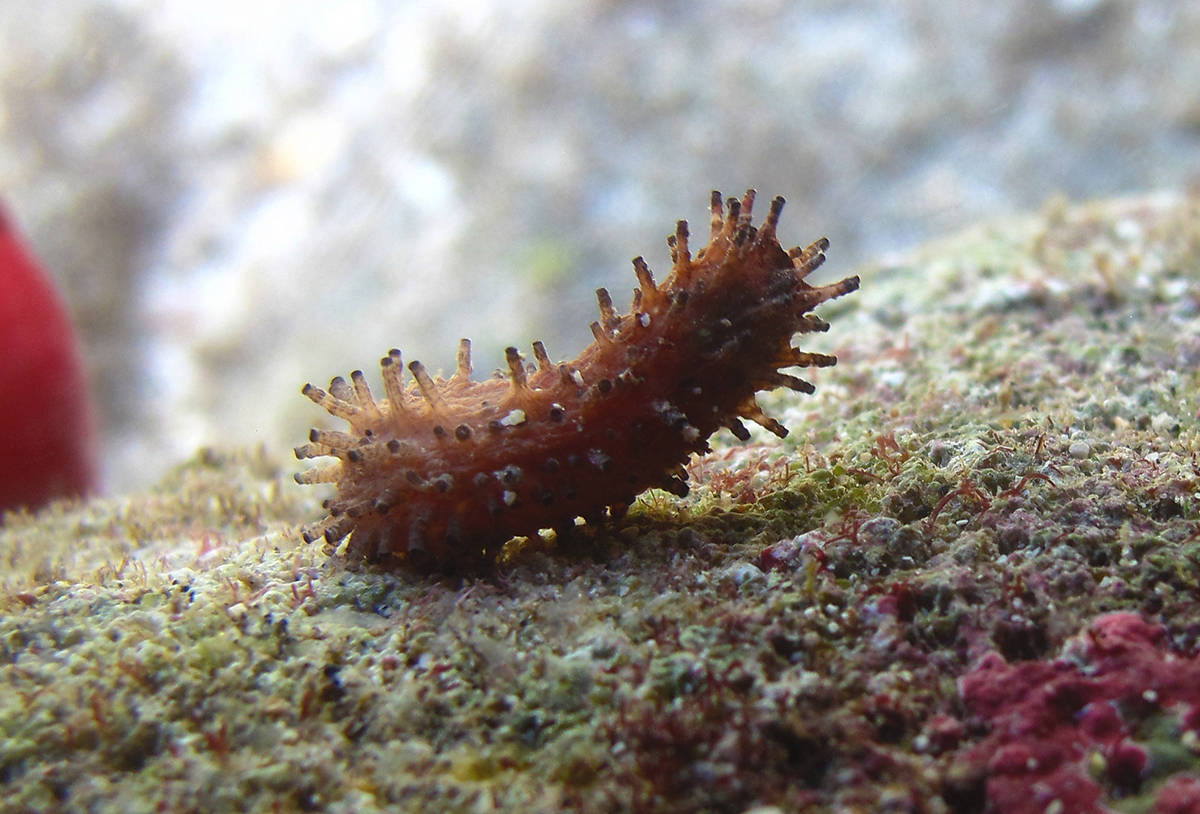
Ohshimella erhenbergii
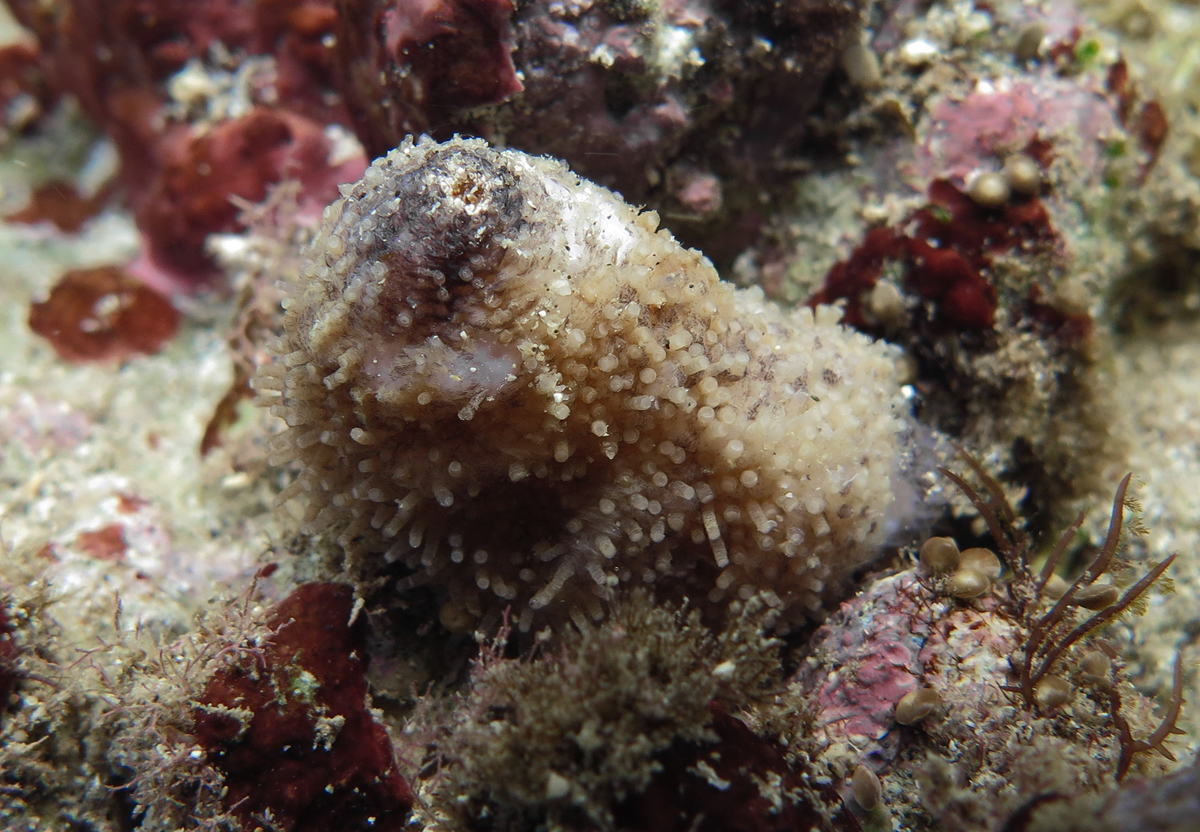
Phyrella ambigua
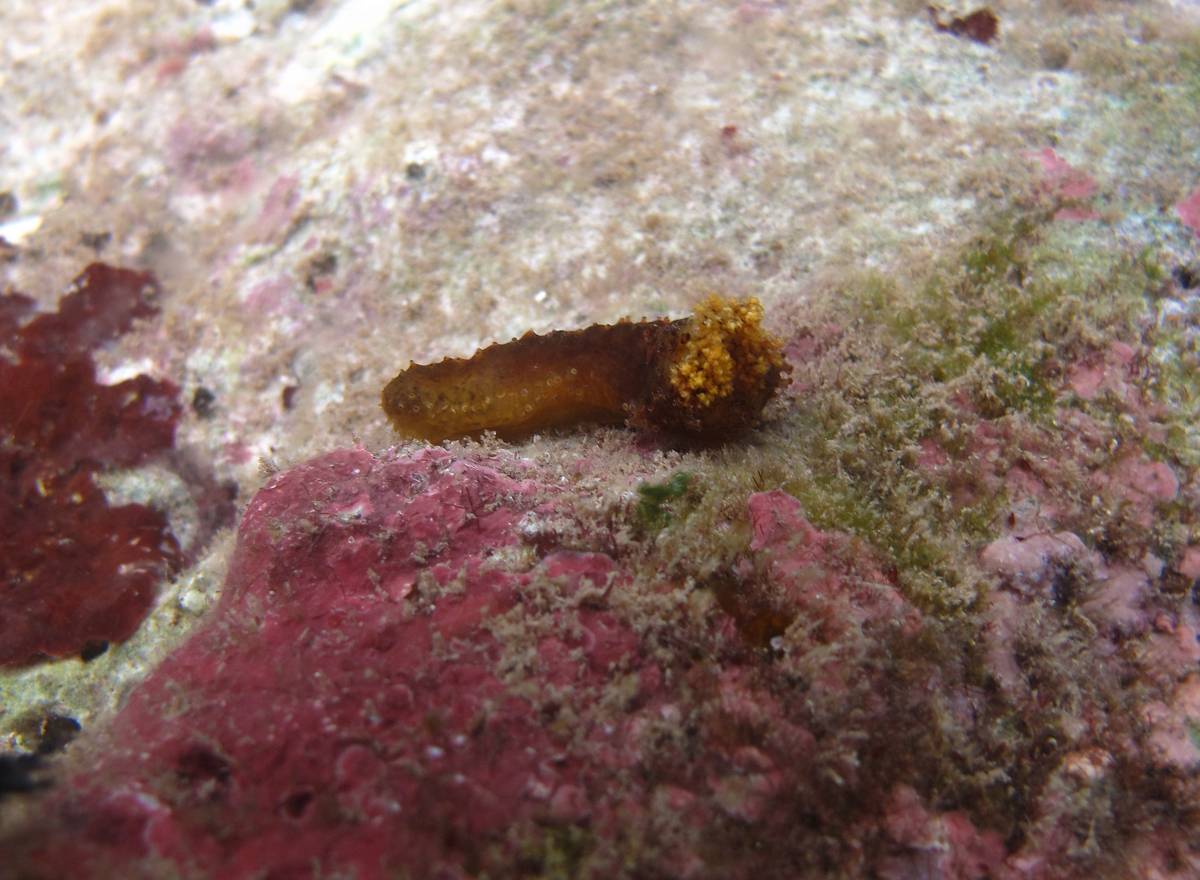
Une holothurie non identifiée de l'ordre des Dendrochirotida
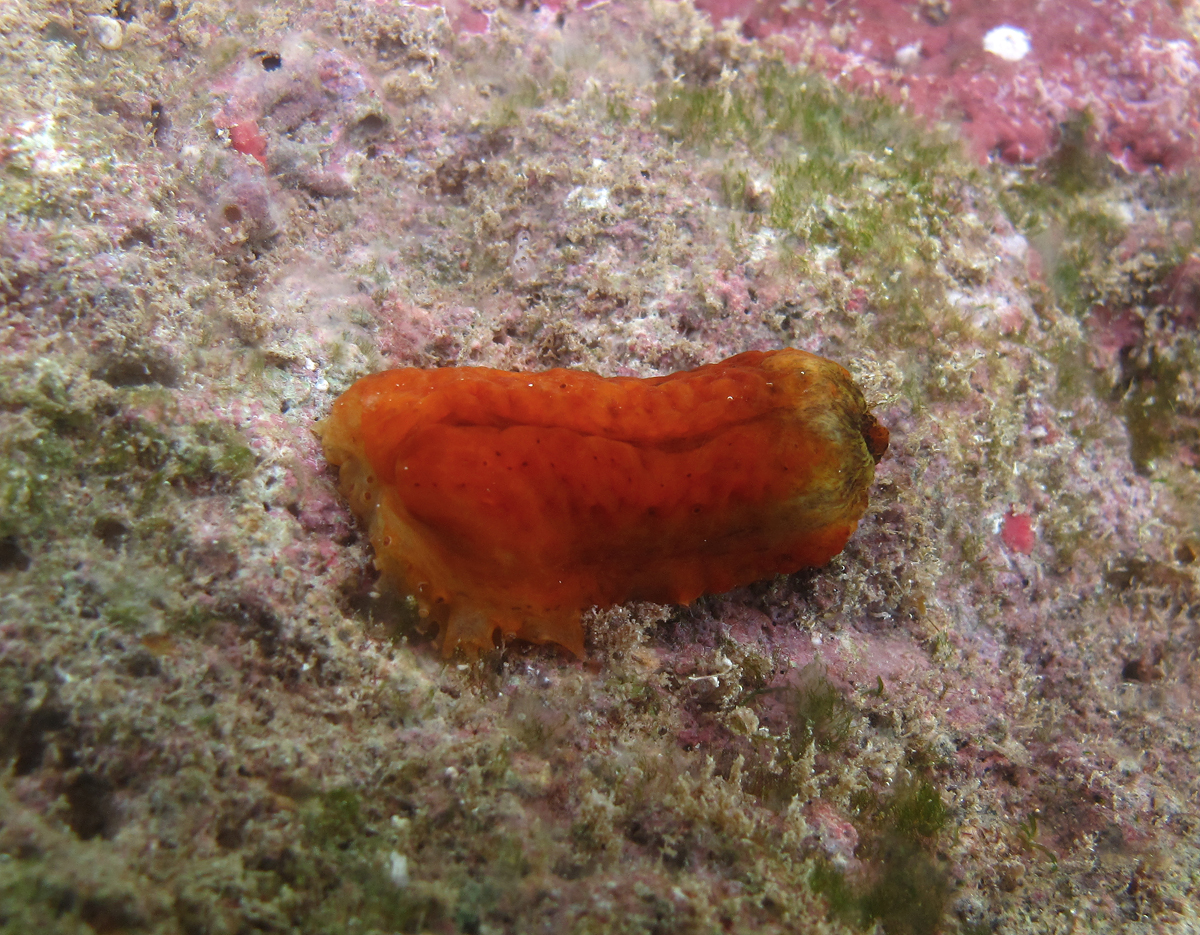
Une holothurie non identifiée de l'ordre des Dendrochirotida

## Mollusques
L’embranchement des Mollusques tire son nom du mot latin « mollis », qui signifie mou, de même que la science qui les étudie, la malacologie, tire le sien du grec « malakos », qui a le même sens. Cet embranchement très hétérogène d’animaux marins et terrestres est unifié par l’existence d’un tégument (le manteau) fabriquant des spicules et capable, chez la majorité d’entre eux, de produire une coquille (mais pas chez les limaces de mer par exemple). La coquille protège la masse viscérale qui se situe au-dessus d’un pied musculeux et généralement locomoteur. Un repli du manteau (la cavité palléale) protège les branchies et les organes excréteurs et reproducteurs. La cavité buccale est armée d’une sorte de langue râpeuse couverte de minuscules dents chitineuses (la radula). Les Céphalopodes (poulpes, calmars et seiches) sont également des mollusques sans coquille apparente, que l'évolution a dotés de capacités très particulières.

### Polyplacophores
Les Polyplacophora (dont le nom signifie « porteur de plusieurs plaques ») sont une classe de l’embranchement des Mollusques qu’on appelle généralement les « chitons ». Cette classe groupe environ 900 espèces. Leur corps est protégé par une coquille composée de 7 ou 8 plaques d’aragonite entourées d’une ceinture musculaire. Cette cuirasse articulée leur permet de se rouler en boule quand ils perçoivent un danger, si leur adhérence au substrat est compromise. Ils se nourrissent d’algues, de bryozoaires, de diatomées et de bactéries qu’ils prélèvent sur le substrat. La majorité des espèces vit dans les zones littorales.
19 espèces de polyplacophores ont été jusqu’à présent recensées à La Réunion.

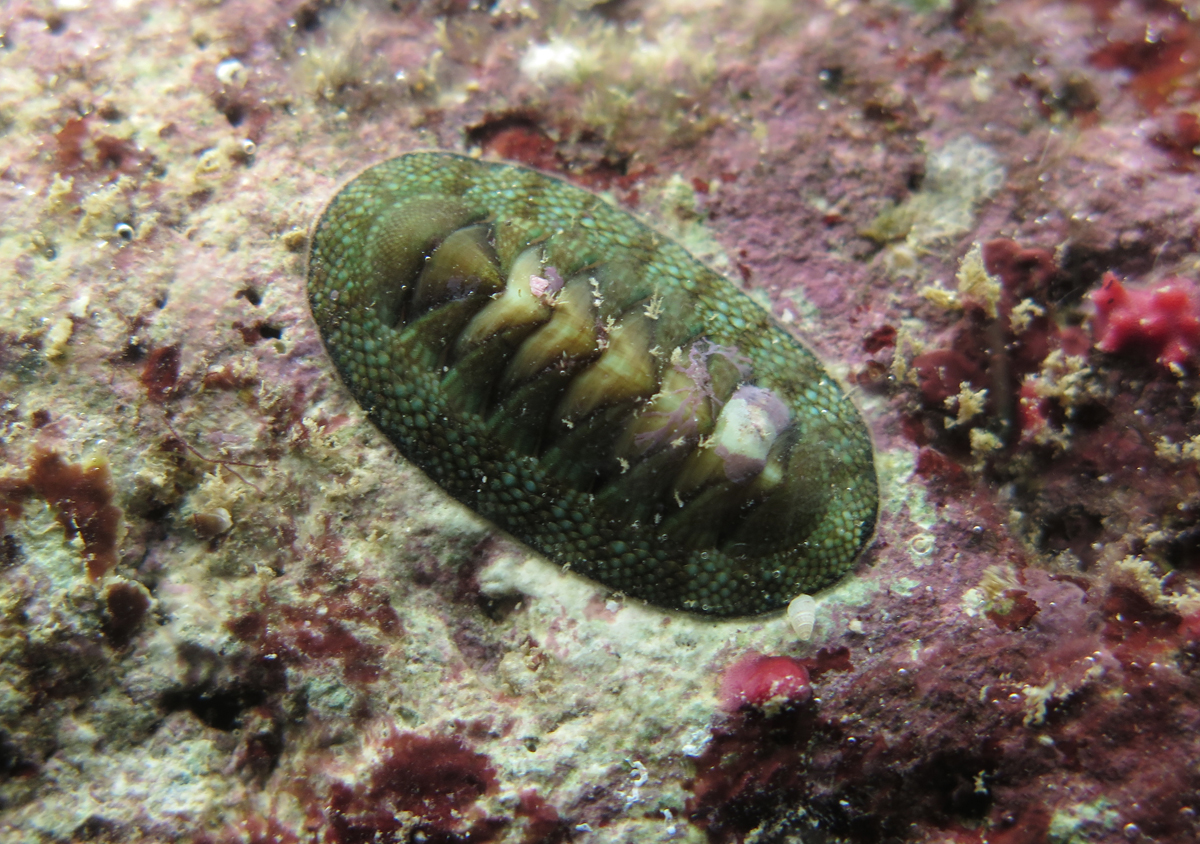
Chiton mauricien (Rhyssoplax mauritiana)
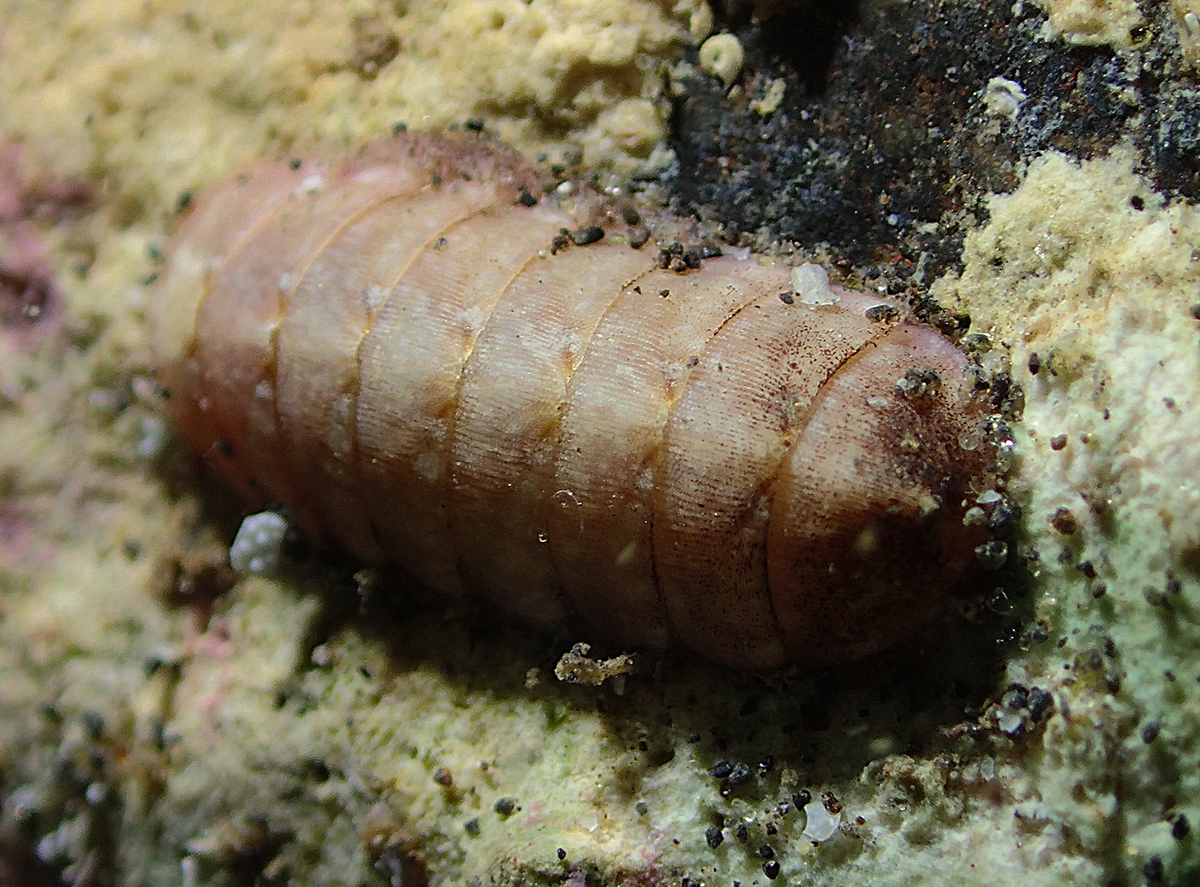
Un chiton non déterminé (ordre des Lepidopleurida)

### Gastéropodes
Les gastéropodes (du grec « gastêr », ventre ou estomac et « pous, podos », pied) possèdent généralement une coquille univalve spiralée qui peut être d’aspect très variable et qui est ou non fermée par un opercule calcaire ou corné. La coquille est absente, ou résiduelle et interne chez certains Opisthobranches (limaces de mer). La tête est le plus souvent munie de tentacules, portant des yeux à leur extrémité ou à leur base. Le « pied » ventral large permet la locomotion par reptation (parfois aussi la nage par ondulations). La masse viscérale se trouve dans la coquille. Les gastéropodes sont les seuls mollusques à contenir des espèces terrestres. Ils peuvent être brouteurs ou carnivores.

La collecte intensive de coquillages vivants a fait fortement régresser les populations de certaines espèces comme les porcelaines, les cônes et le « Casque rouge » (Cypraecassis rufa). 

L’appréciation des niveaux de rareté de certaines espèces s’entend dans le cadre de La Réunion et est issue de la collection Maurice Jay, léguée au MNHN et faisant office d’inventaire pour l’île.

#### Ordre desNeogastropoda
L’ordre des Neogastropoda contient les plus évolués des gastéropodes marins, répartis en sept superfamilles, 42 familles et environ 16 000 espèces. Ils sont caractérisés par un peigne respiratoire, un système nerveux concentré notamment sous forme de ganglions cérébroïdes, un siphon et un opercule. La radula montre dans de nombreuses espèces de trois à cinq dents par rangées mais elle peut être modifiée, comme chez les cônes par exemple. Plusieurs familles sont venimeuses. La coquille présente un canal siphonal développé. Les sexes sont séparés. On les trouve des eaux tropicales au eaux polaires, et à toutes les profondeurs. La majorité est carnivore ou nécrophage. Un très faible nombre d’espèces vit en eau douce.
Les cônes
La famille des Conidae comprend 145 genres validés qui regroupent plus de 2 300 espèces. Comme leur nom l’indique, ces gastéropodes possèdent une coquille conique dont l’aspect ainsi que les couleurs sont très variables. La grande majorité se trouve dans les mers chaudes, mais on en rencontre aussi dans des eaux tempérées. Ils sont le plus souvent nocturnes, et tous sont carnivores et venimeux. Certains se nourrissent de vers, d’autres de mollusques et/ou de poissons. Les cônes piscivores peuvent mettre en danger la vie d'un humain (notamment Conus geographus, C. textile, C.tulipa, C.aulicus et C. striatus). 107 espèces de cônes sont recensées à La Réunion.

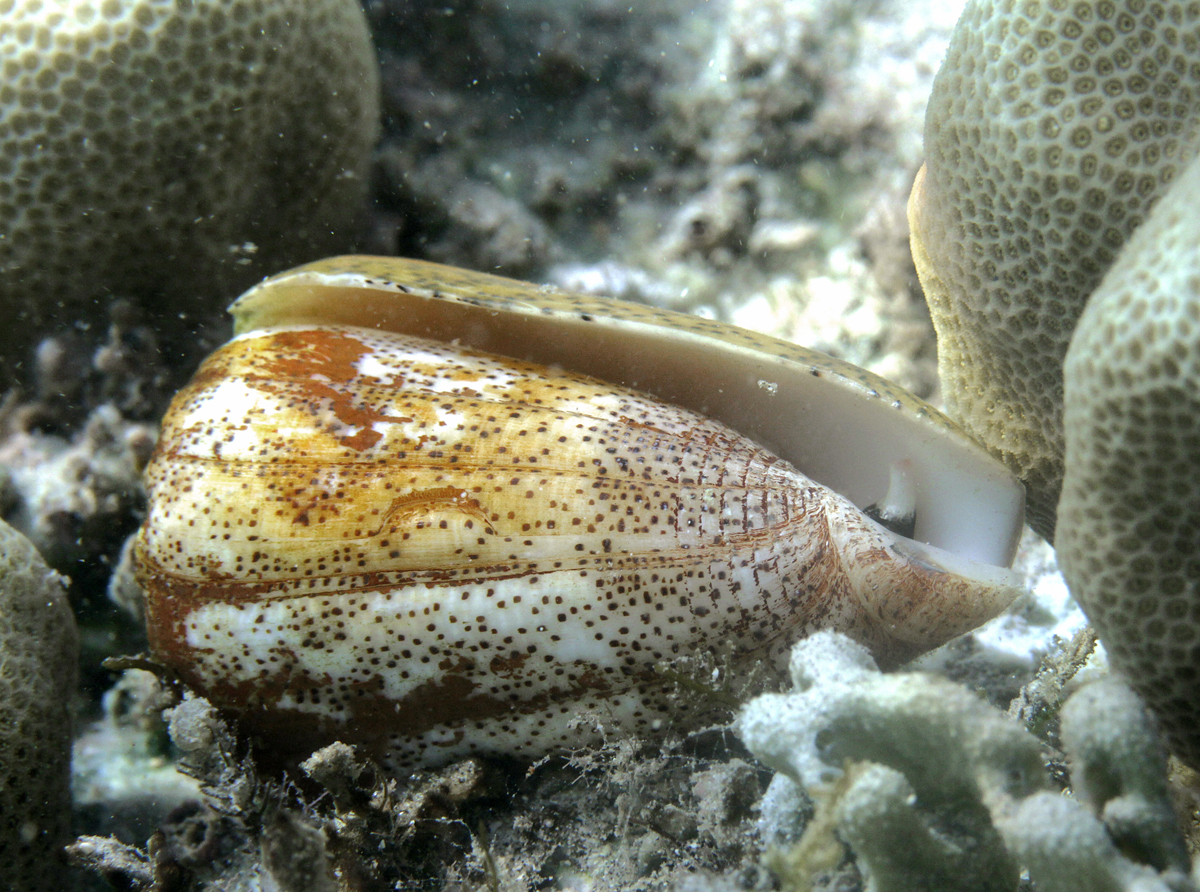
Cône ponctué (Conus arenatus)
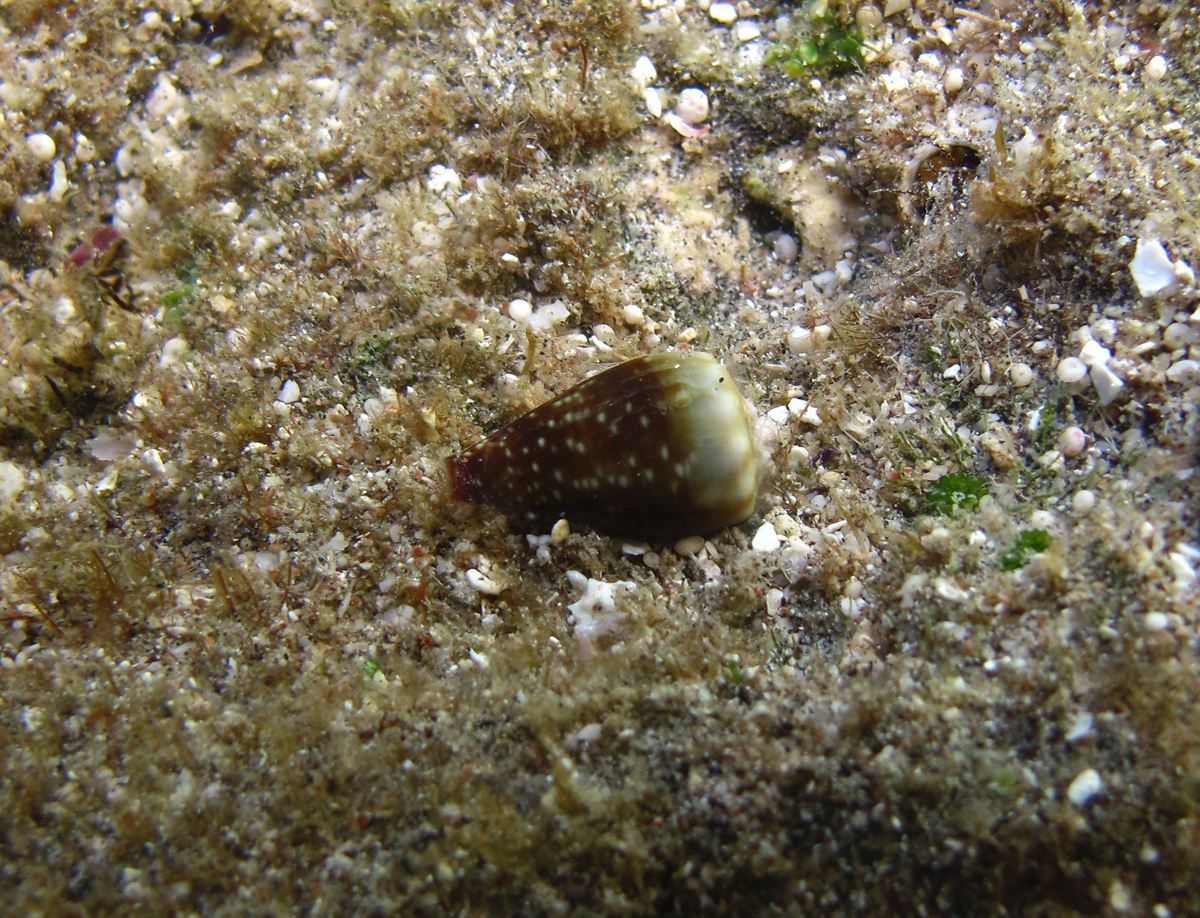
Conus balteatus f. cernicus (peu commun)
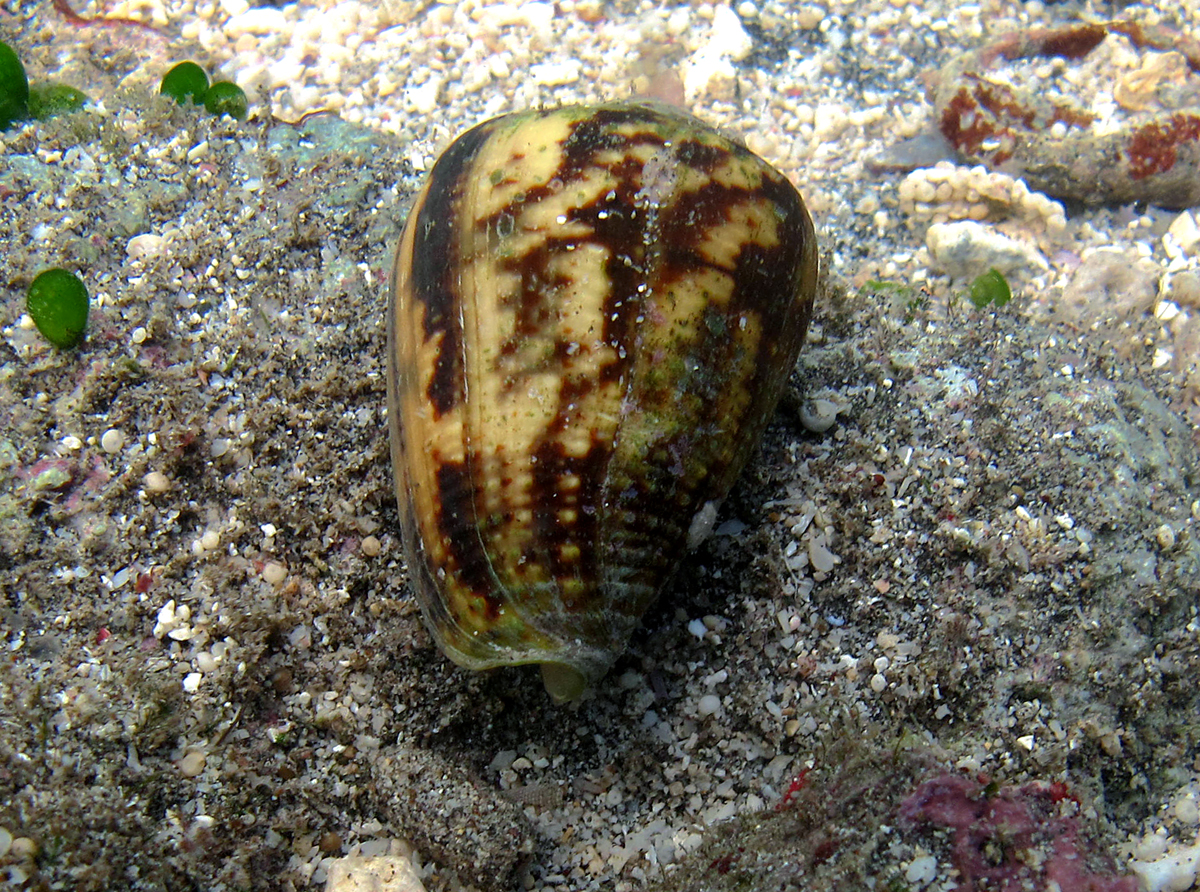
Conus catus
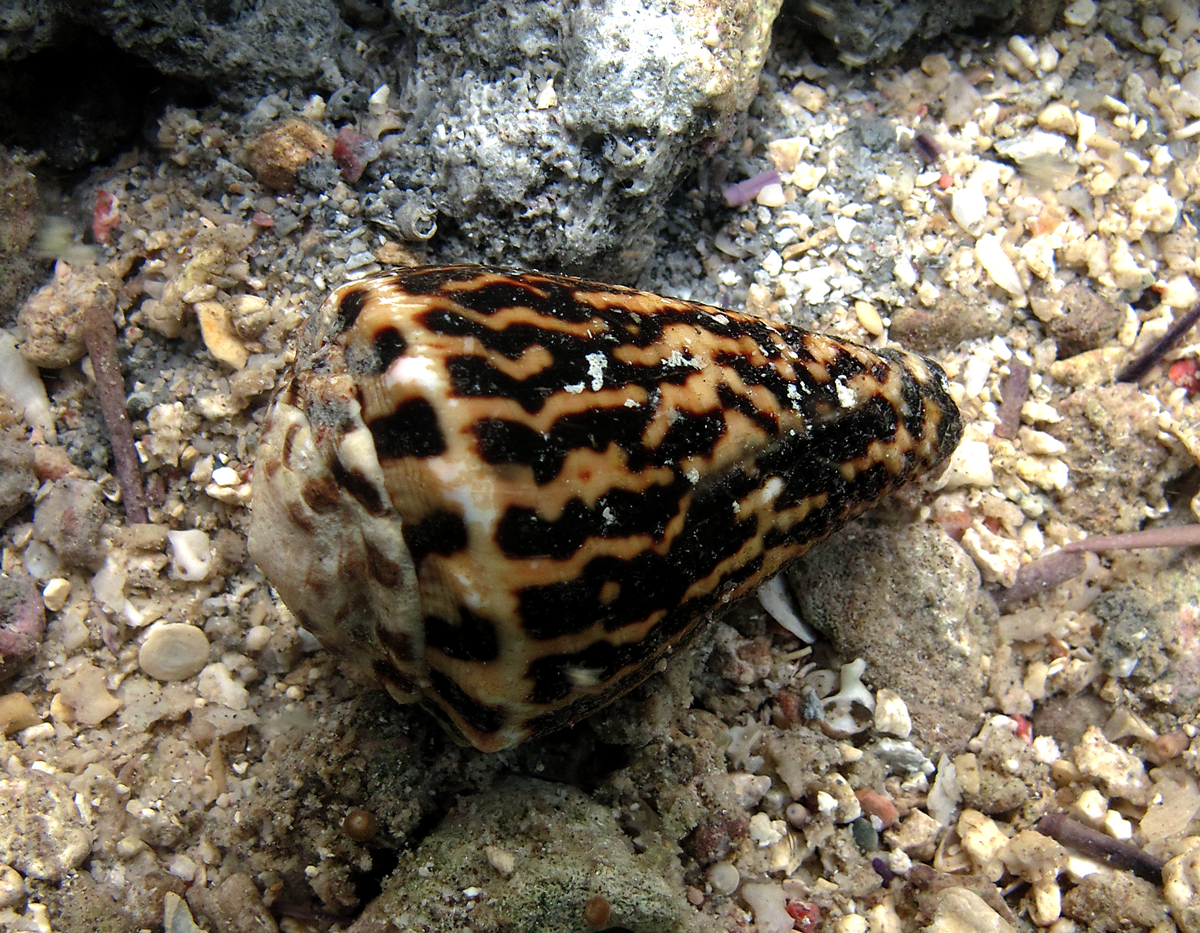
Cône astrologue (Conus chaldaeus)
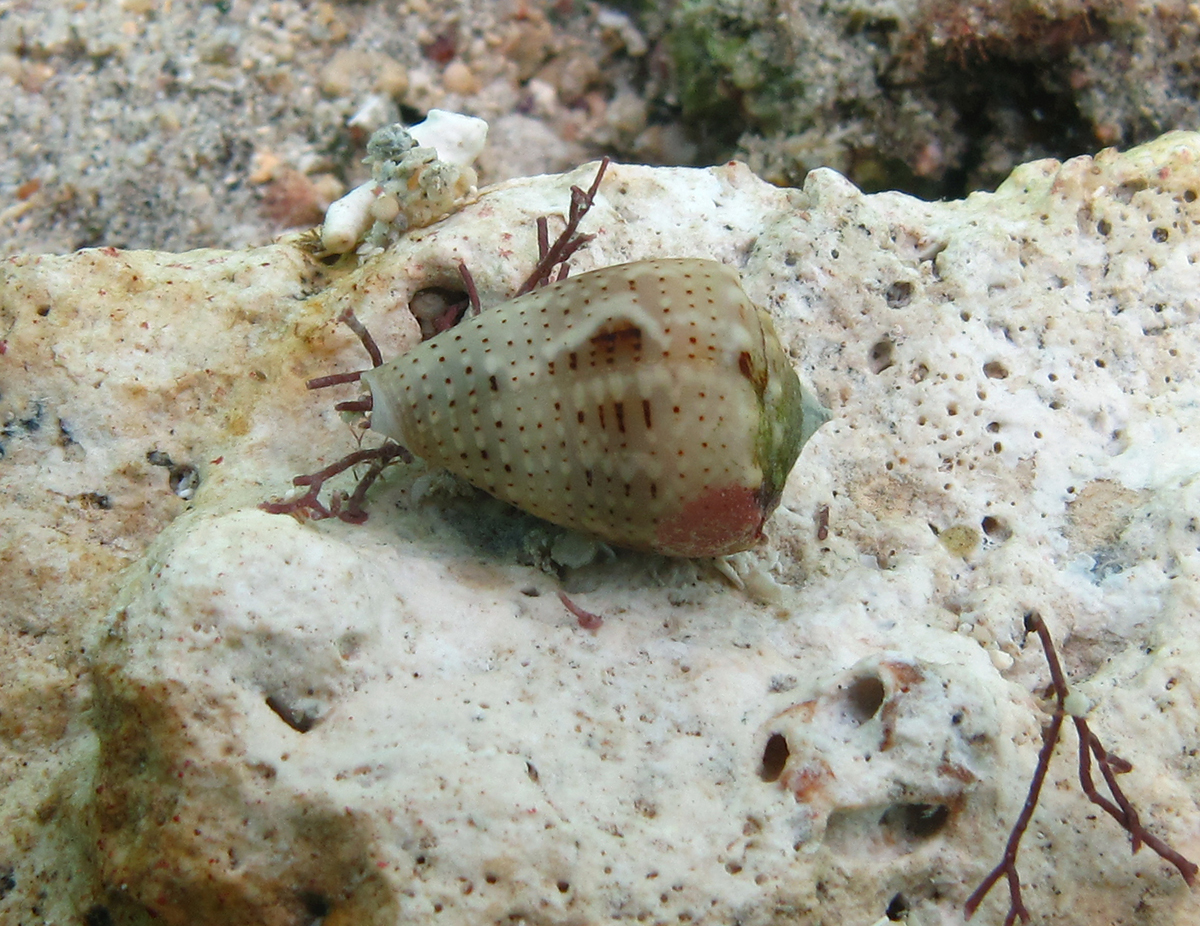
Conus coronatus
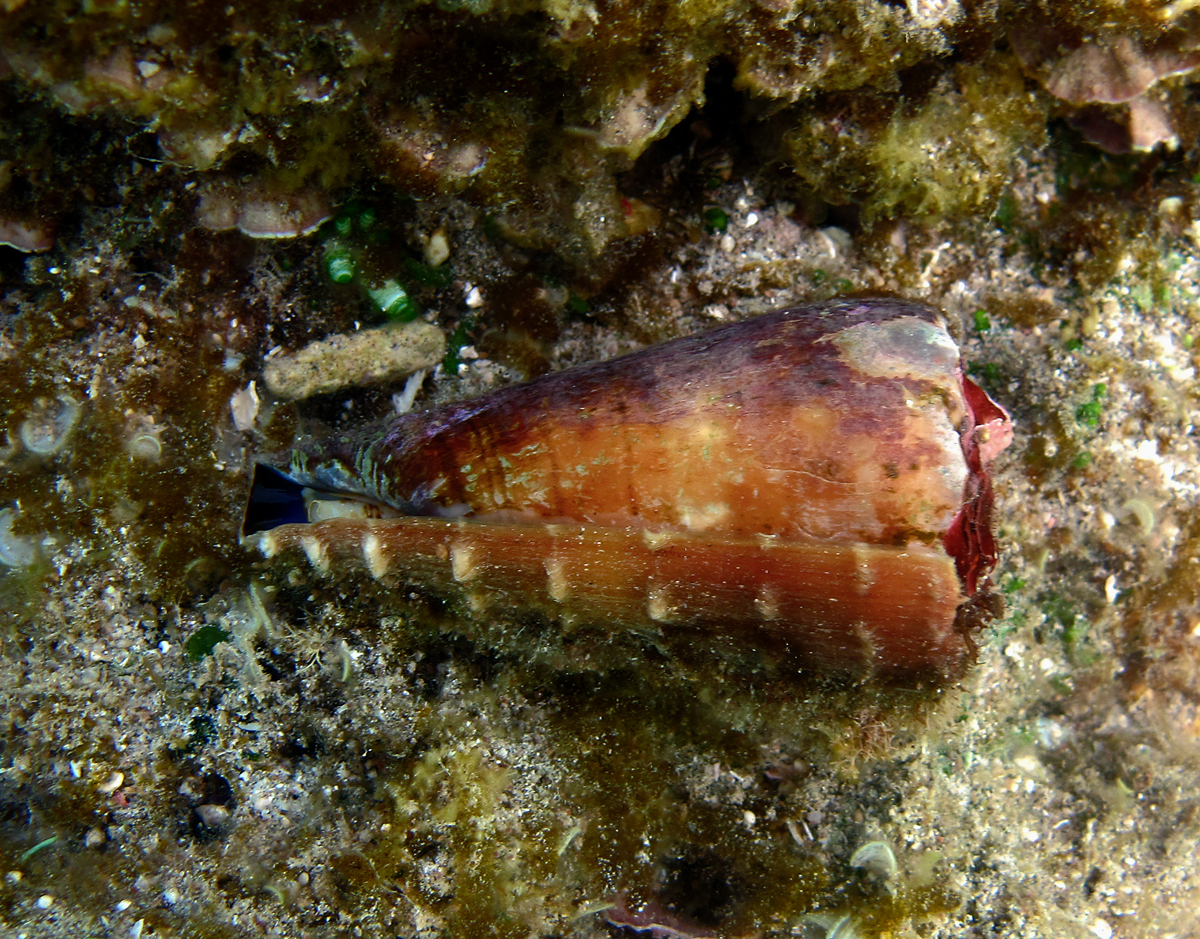
Conus distans
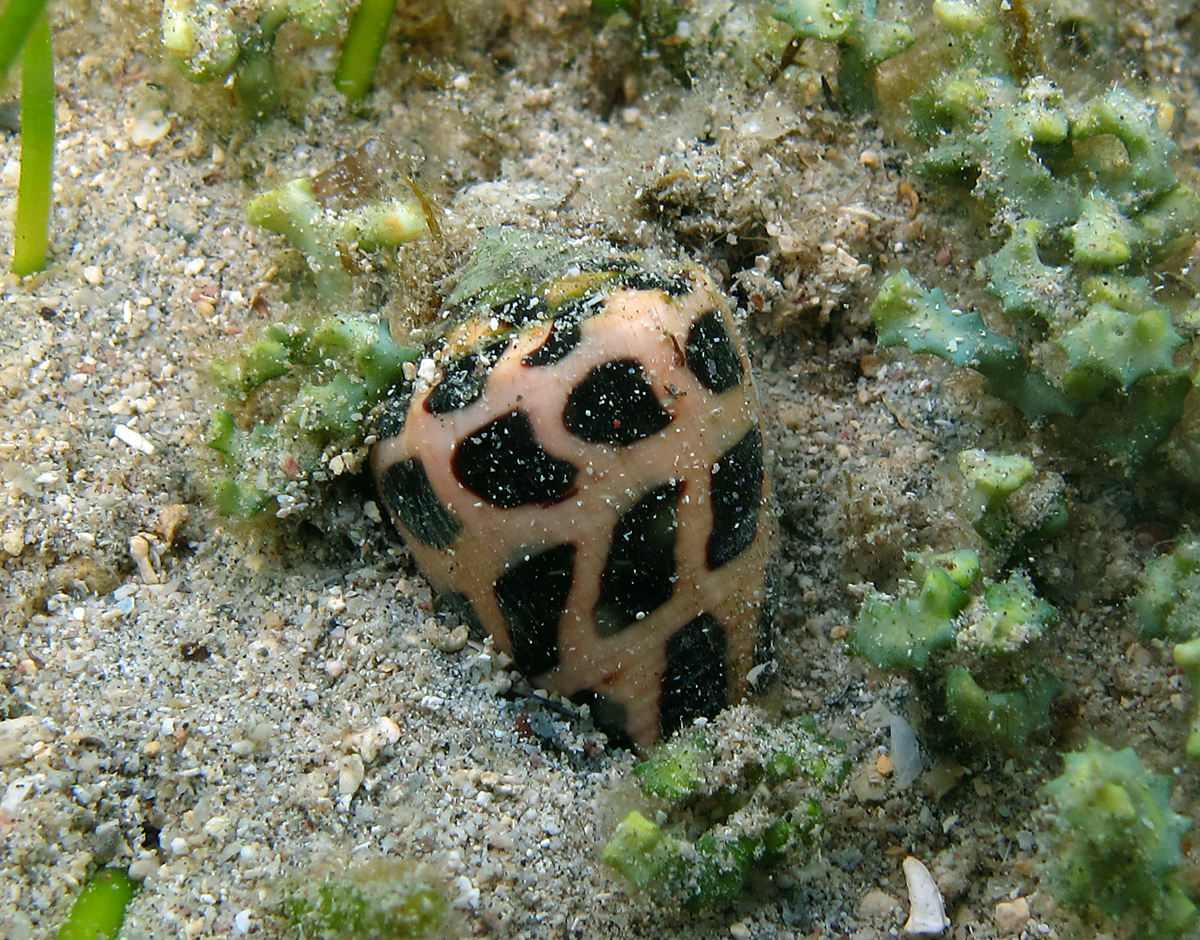
Cône hébreu (Conus ebraeus)
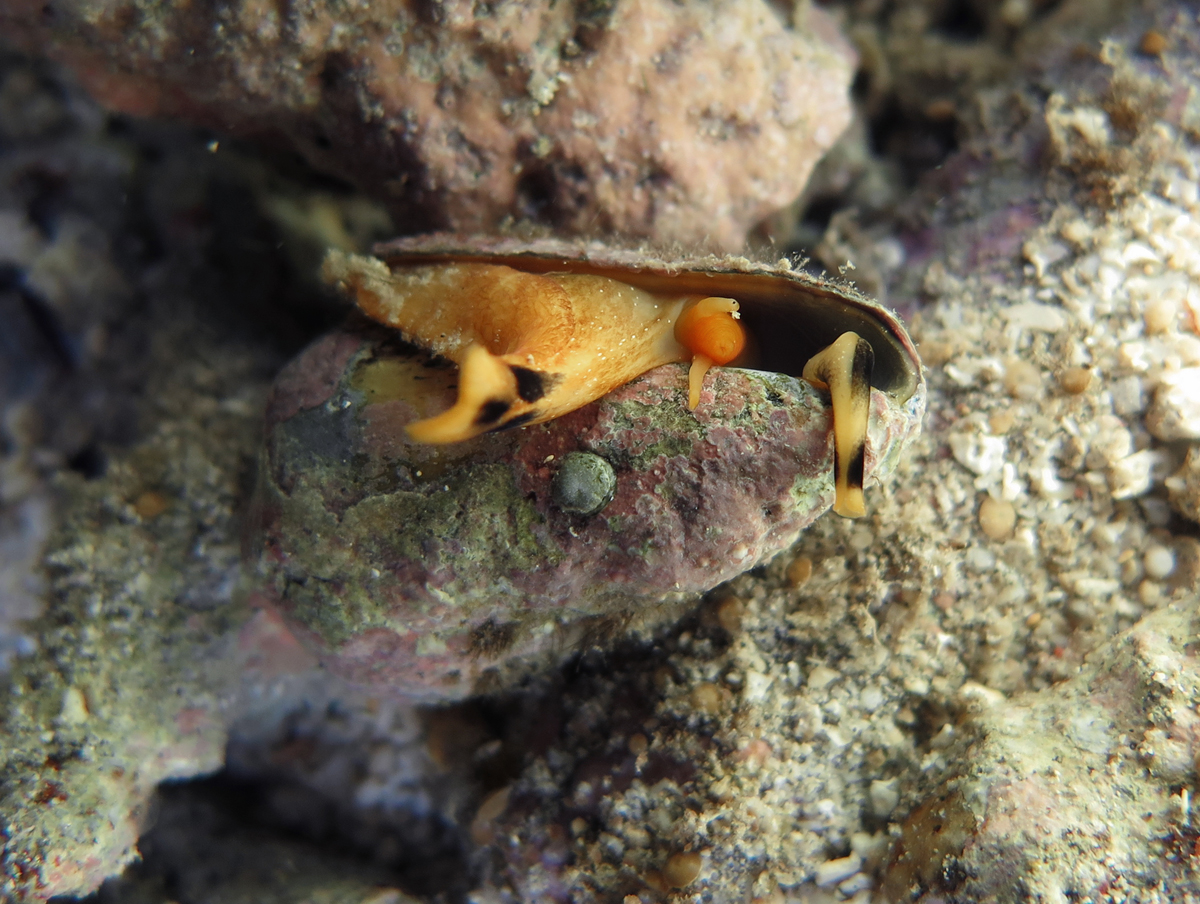
Conus flavidus
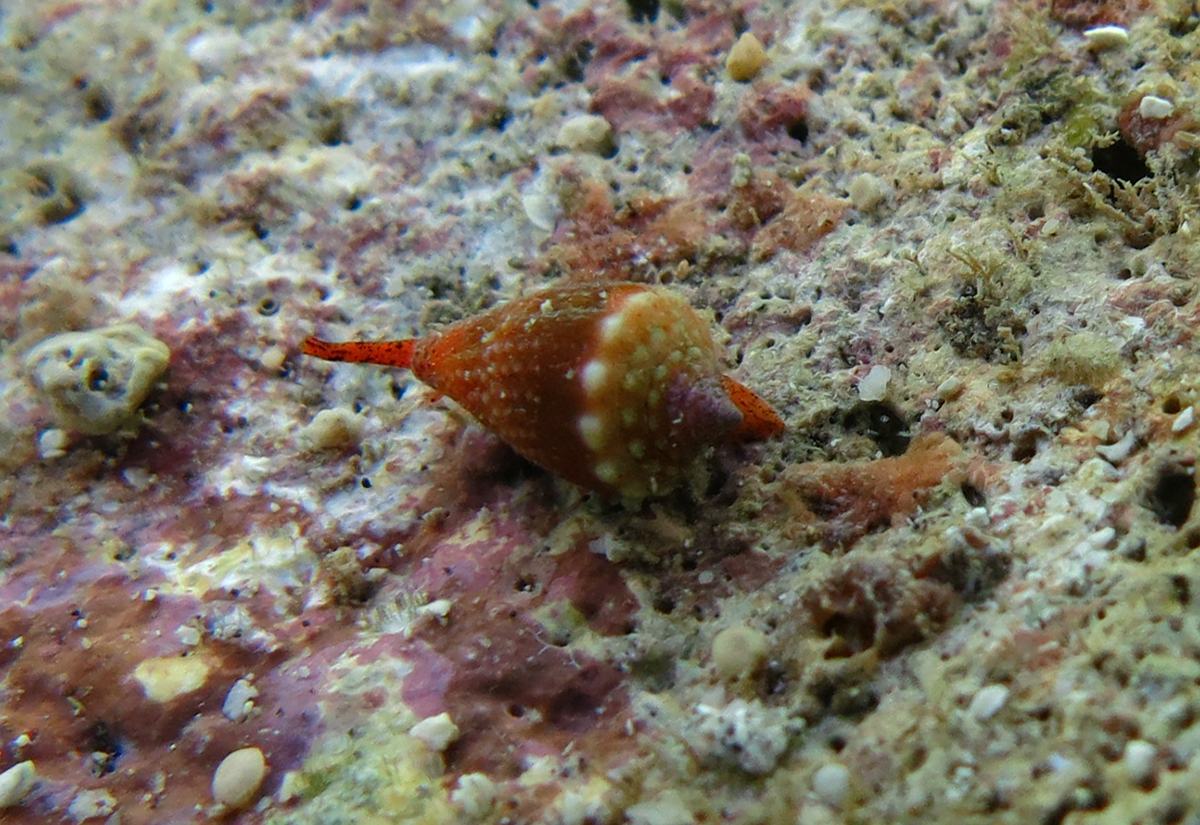
Conus floridulus
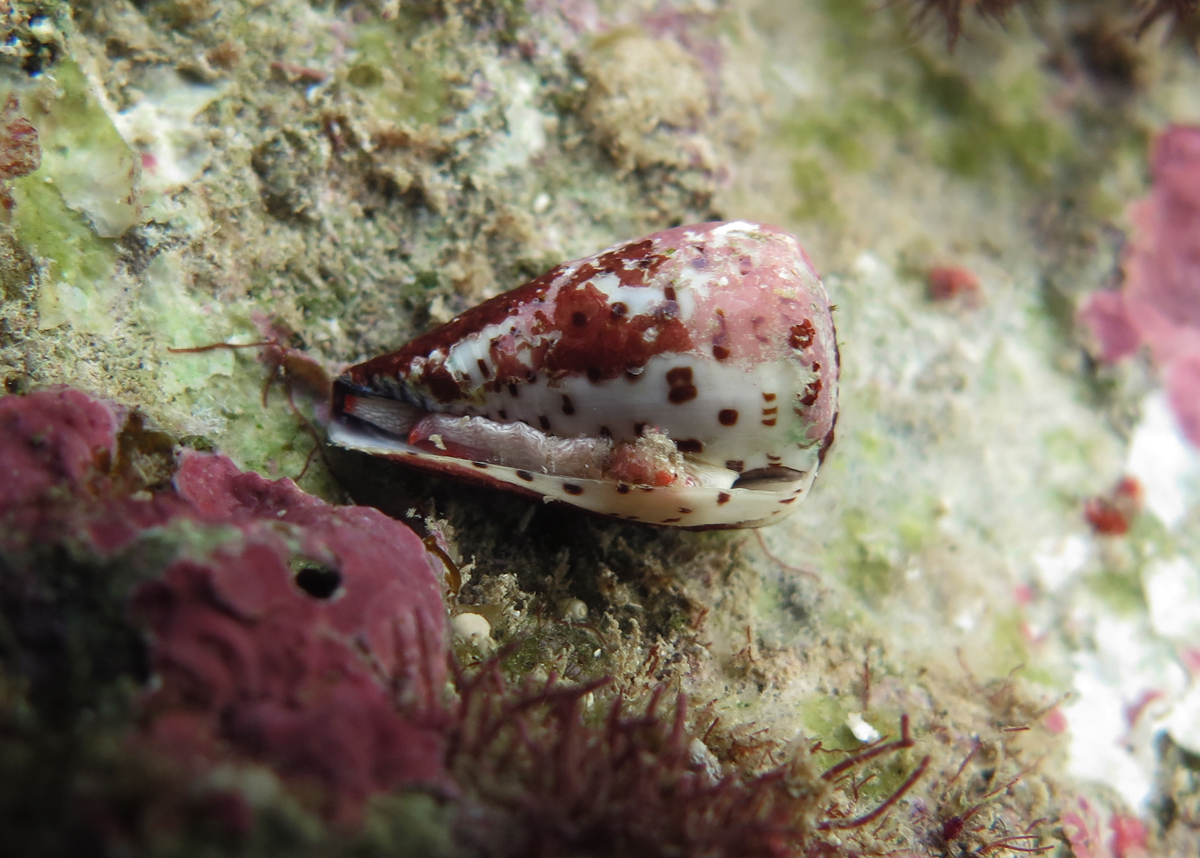
Conus litteratus (rare)
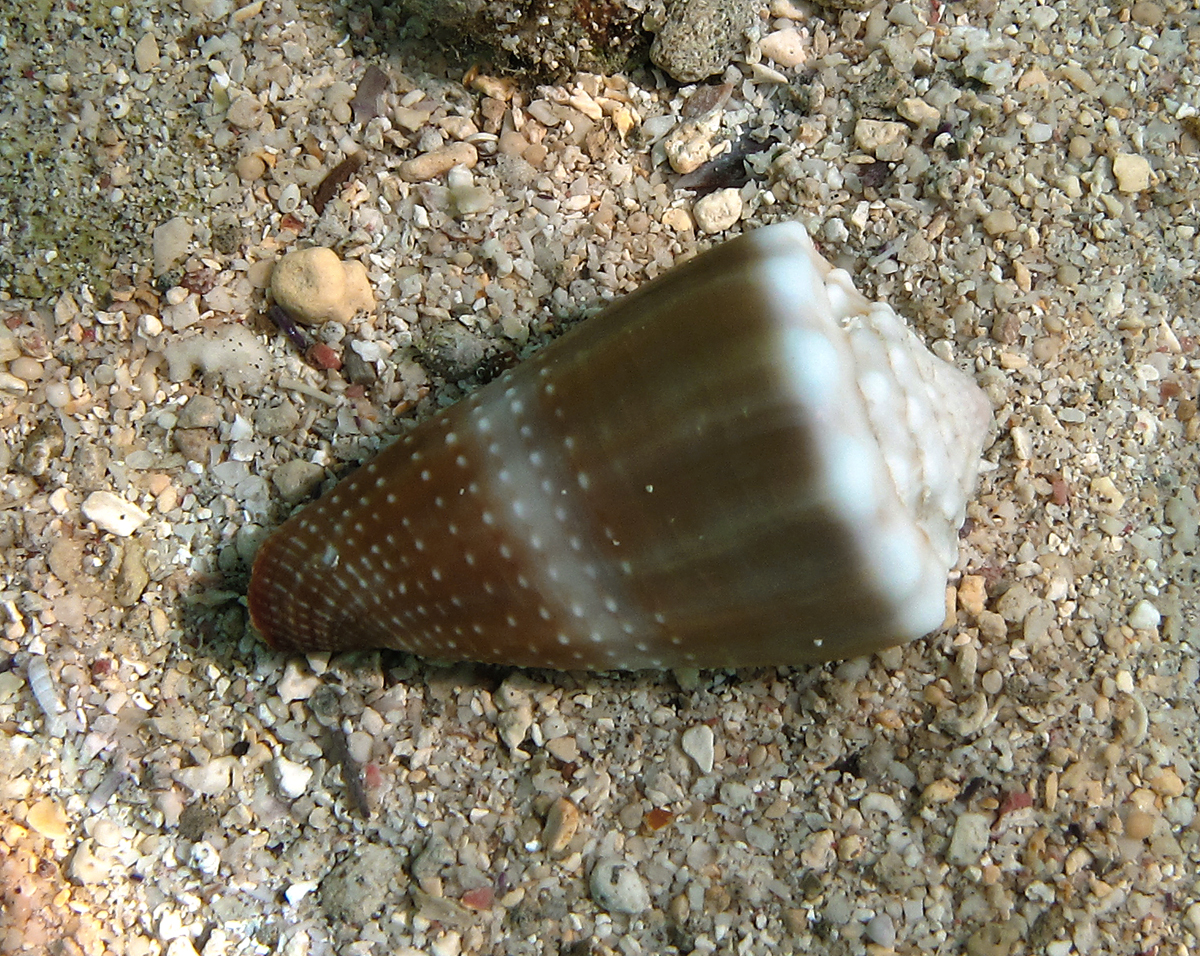
Cône livide (Conus lividus)
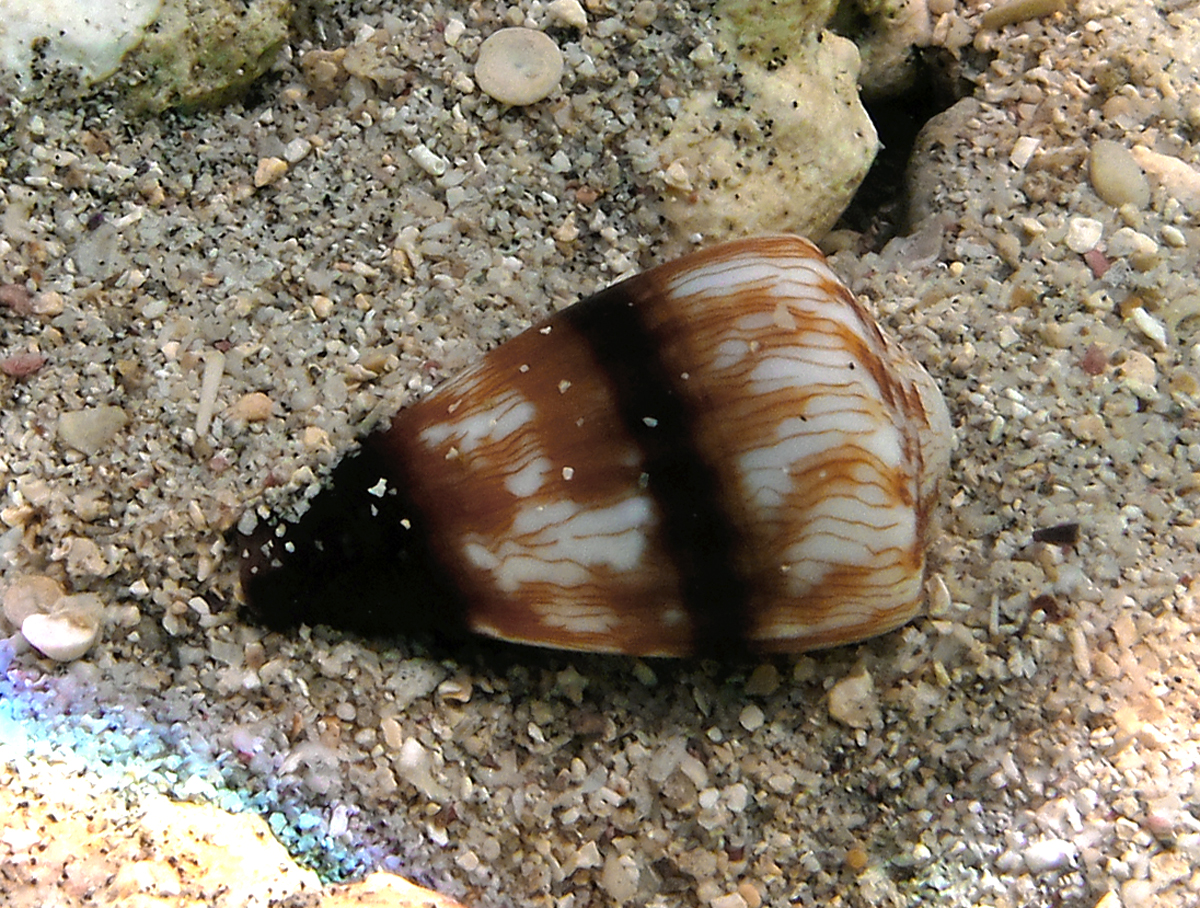
Cône soldat (Conus miles)
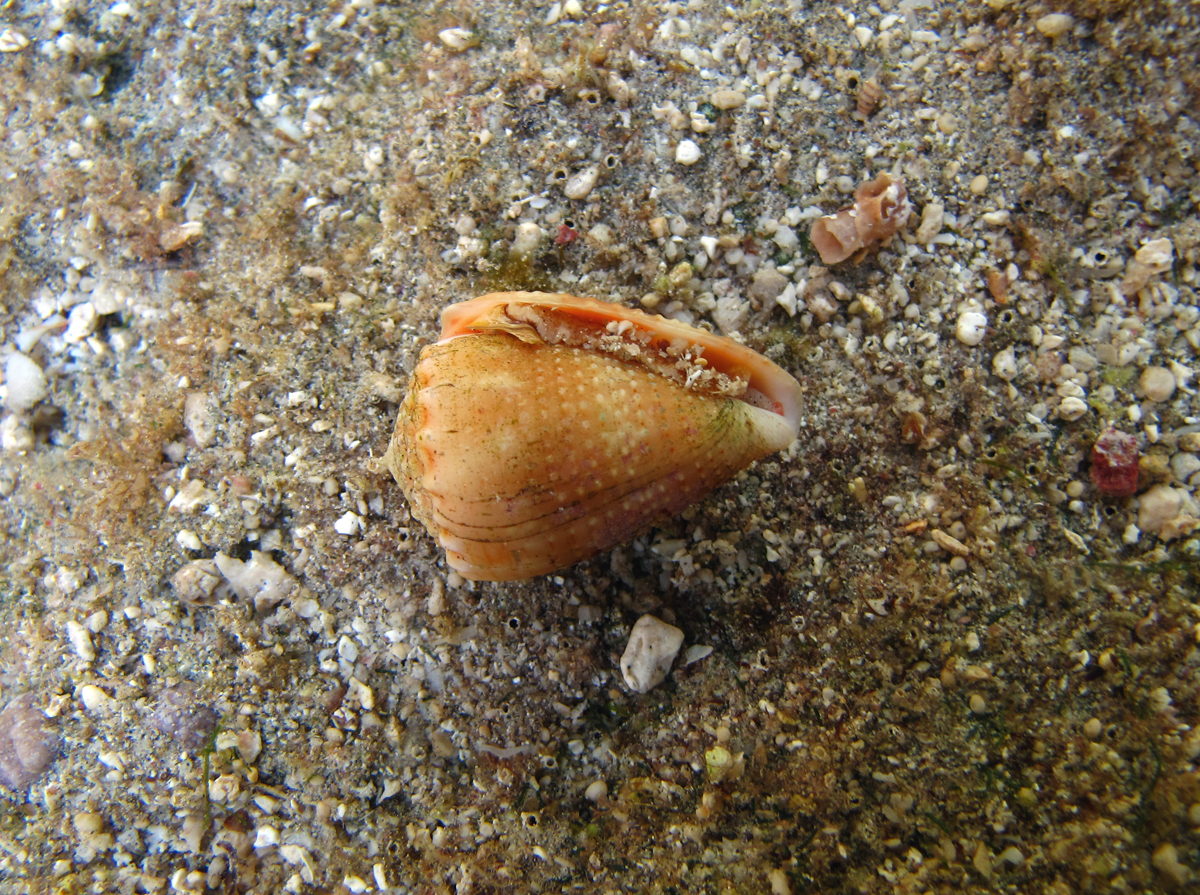
Conus miliaris
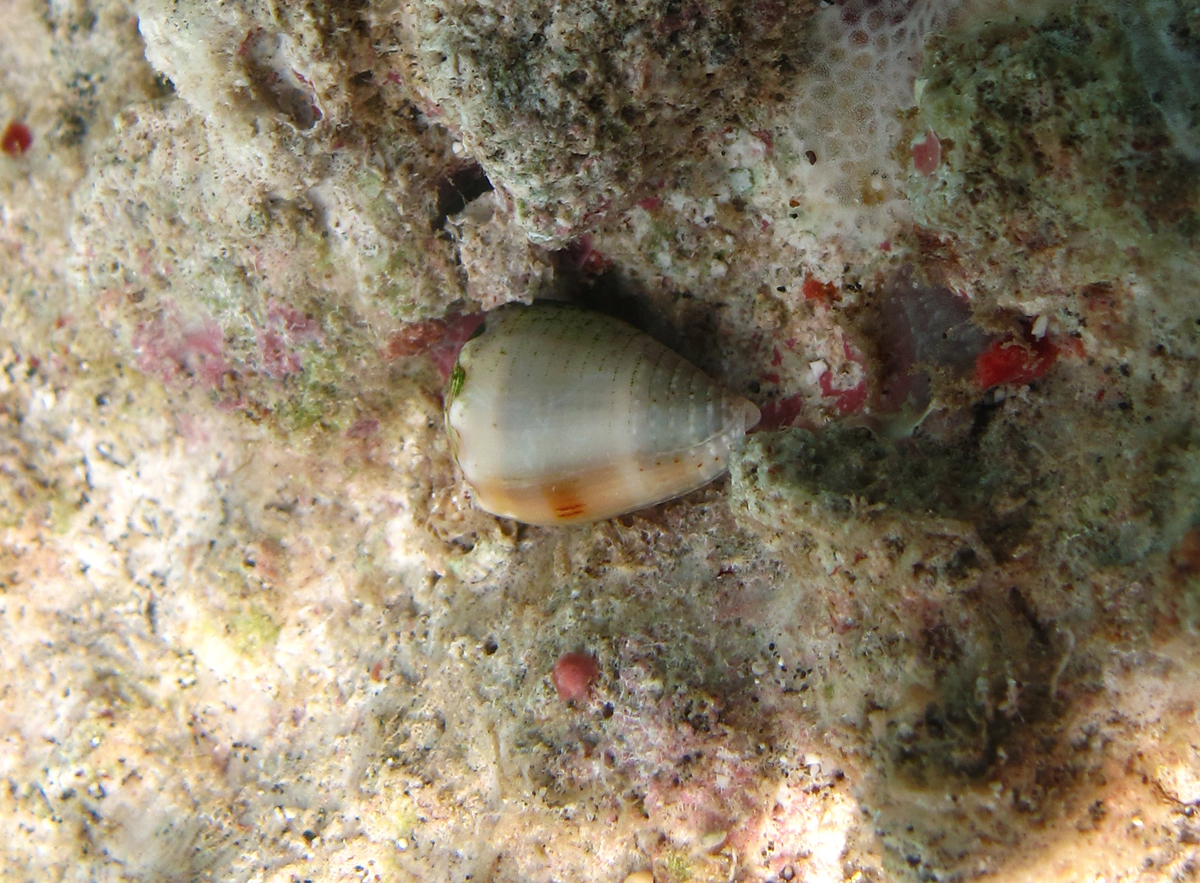
Un cône nain (Conus nanus)
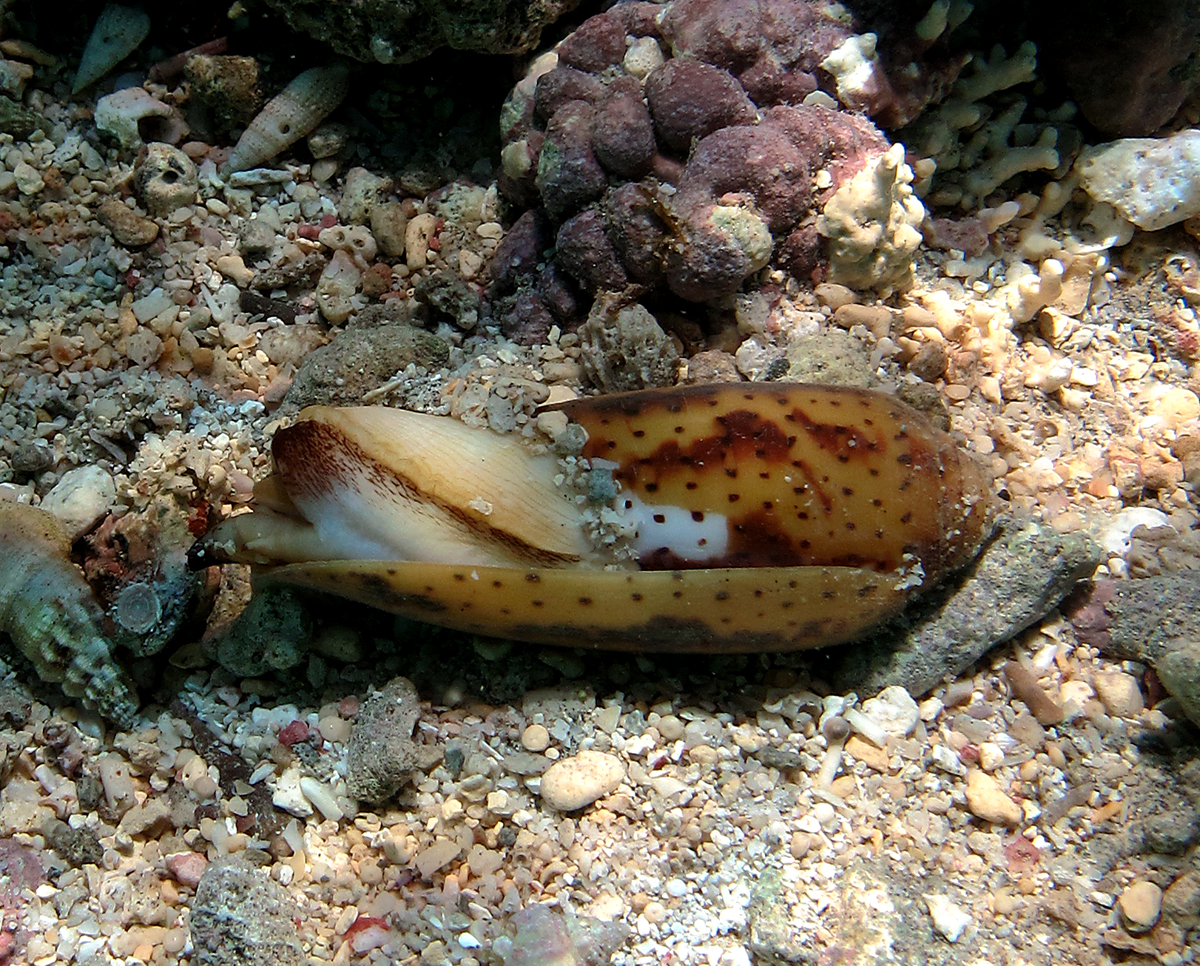
Cône nussatelle (Conus nussatella)
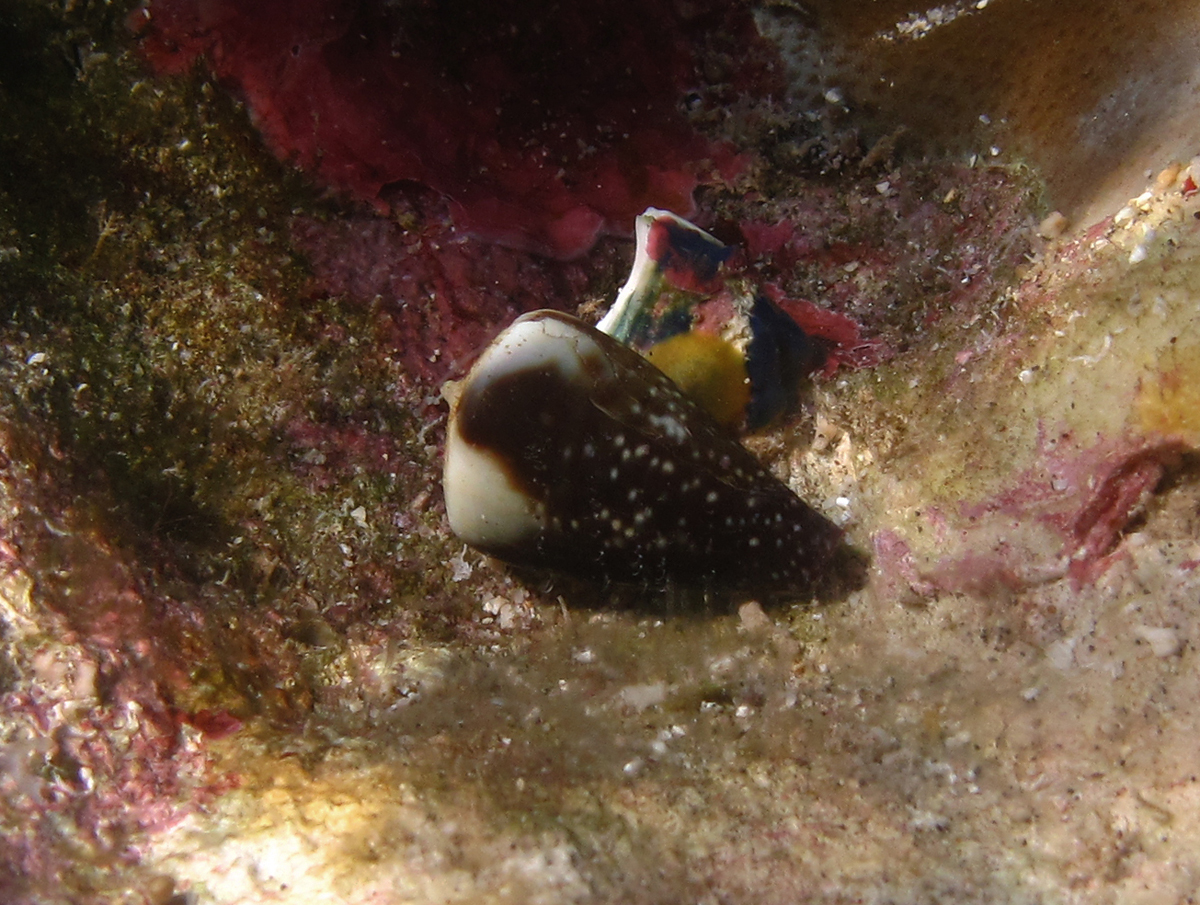
Conus rattus
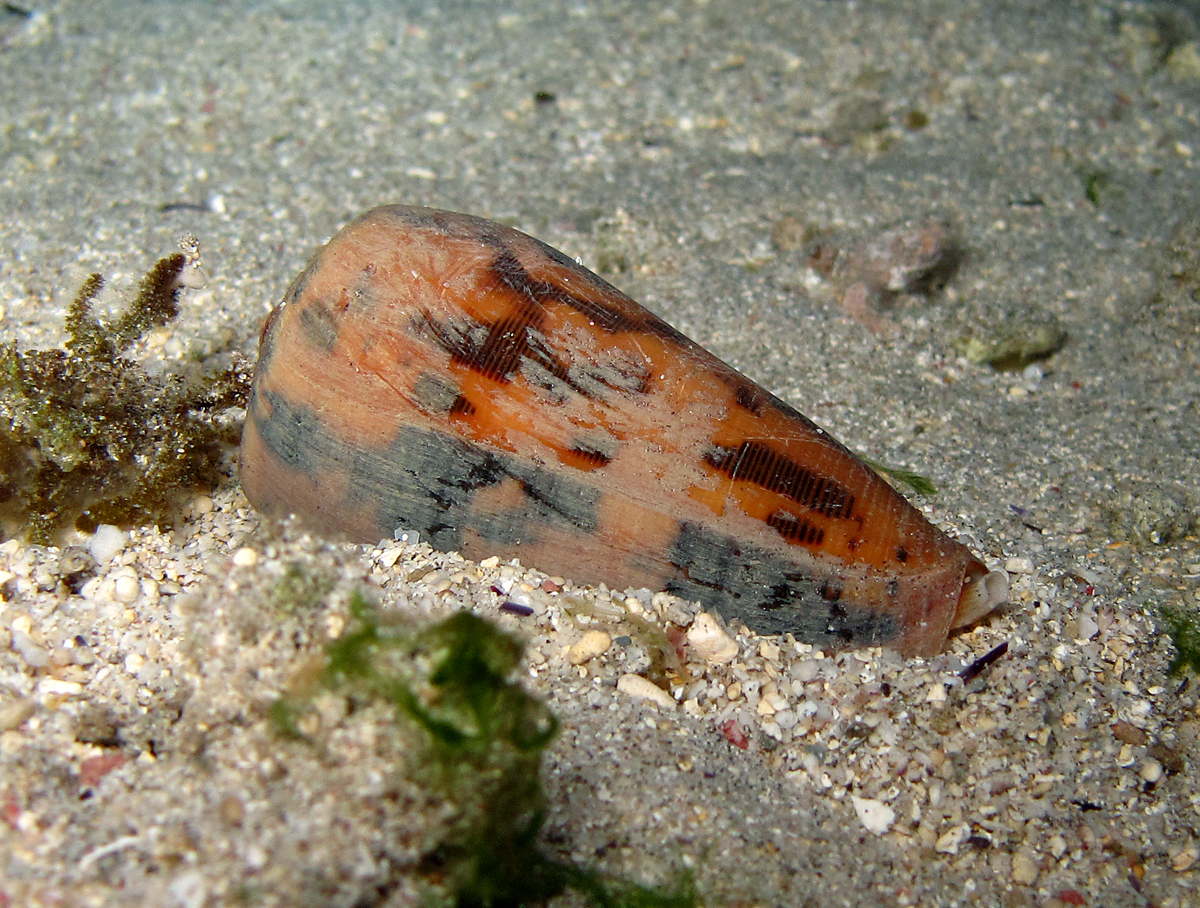
Cône strié (Conus striatus), de nuit.
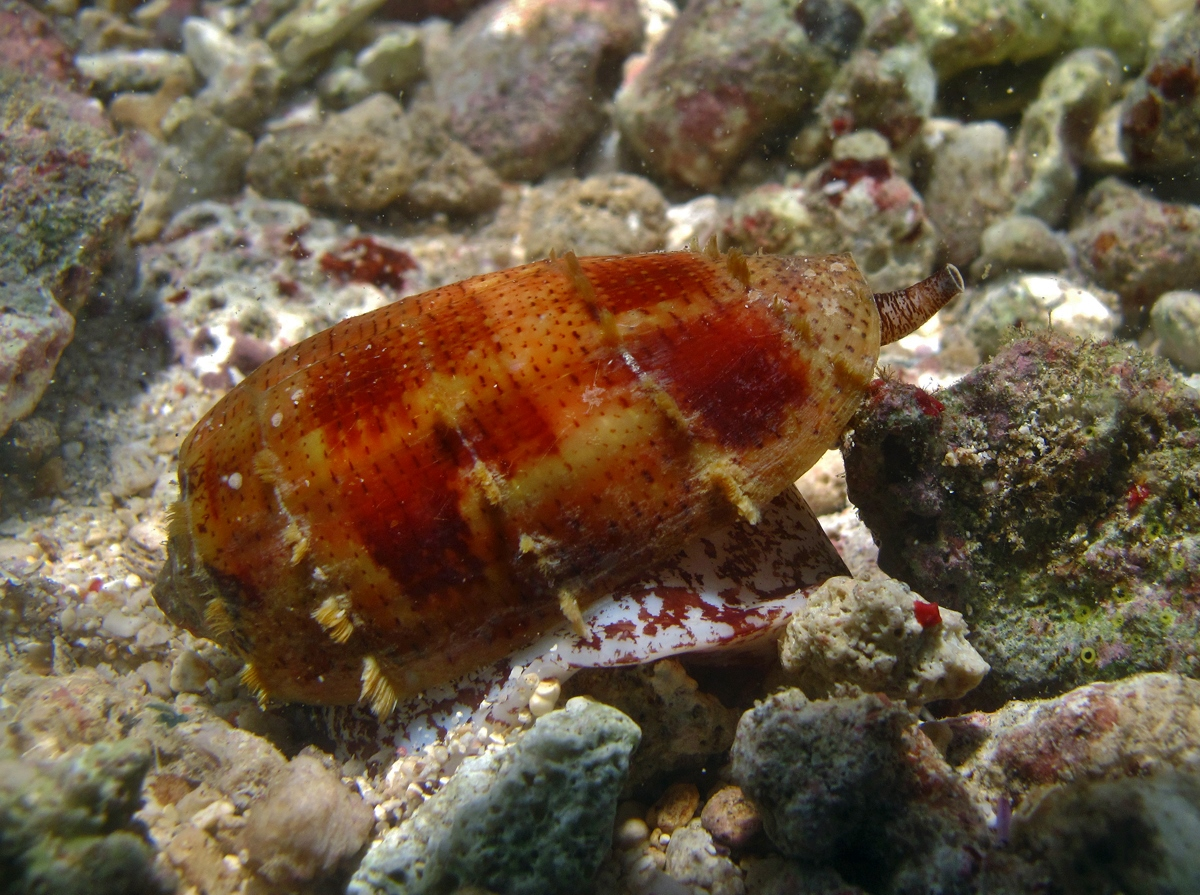
Conus tulipa
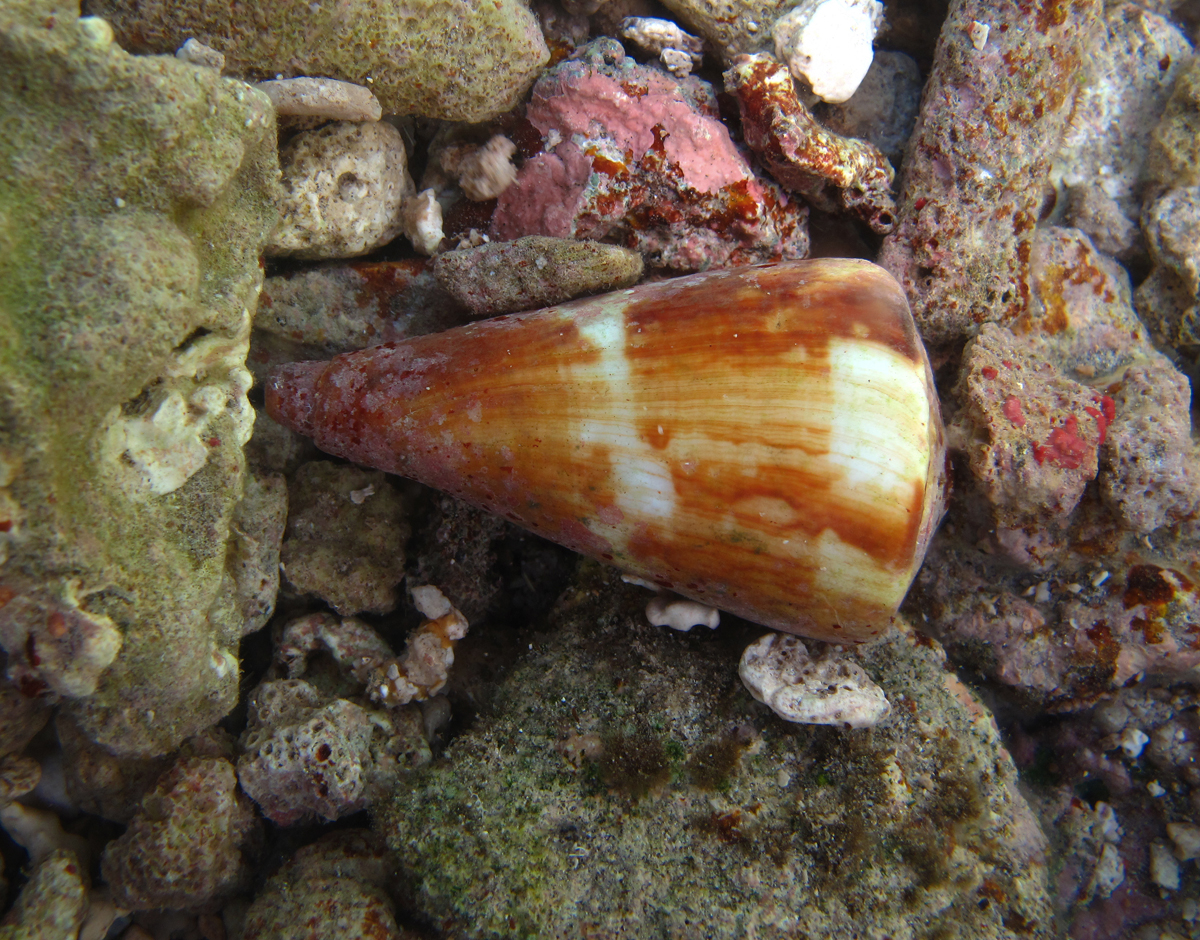
Conus vexillum
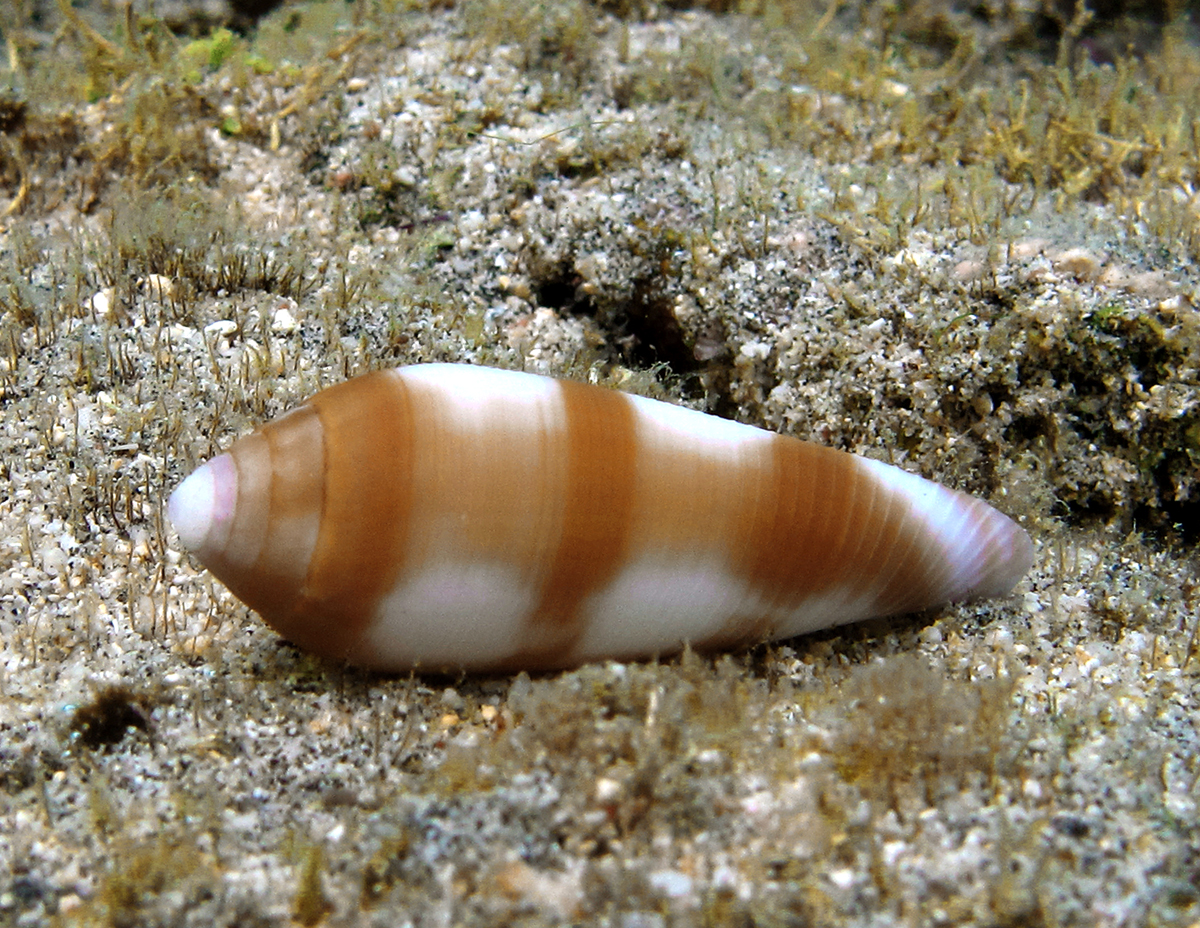
Cône violacé (Conus violaceus), très rare.
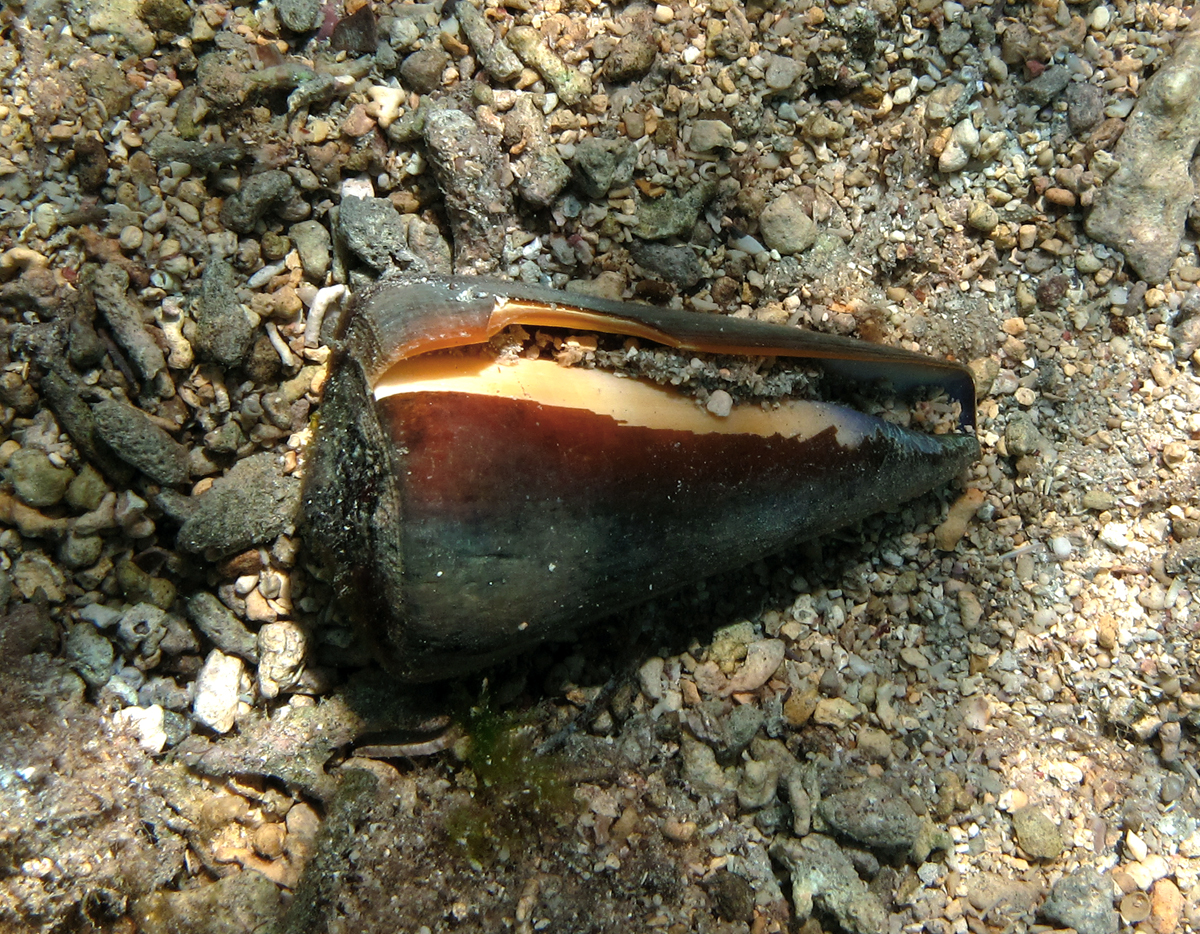
Cône vierge (Conus virgo).

Les mitres
La famille des Mitridae compte 32 genres regroupant plus de 402 espèces. Leur coquille caractéristique est le plus souvent fusiforme, spiralée et allongée, avec une ouverture étroite et longue. On les trouve dans les eaux tropicales et tempérées. La plupart vivent en milieu corallien mais il existe des espèces vivant à de grandes profondeurs . Les mitres, dont la diète est très spécialisée, se nourrissent presque exclusivement de vers sipunculiens. 126 espèces de Mitridae sont recensées à La Réunion.

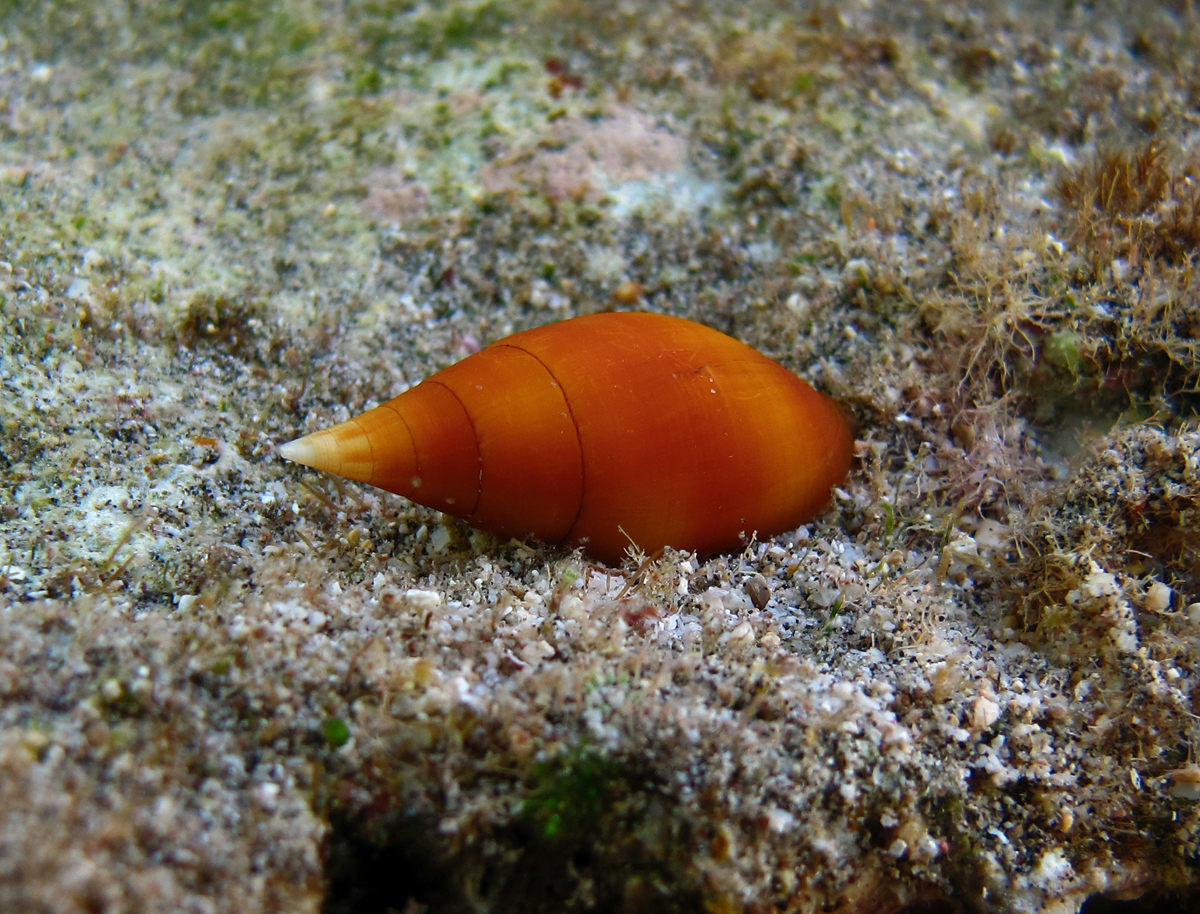
Nebularia acuminata
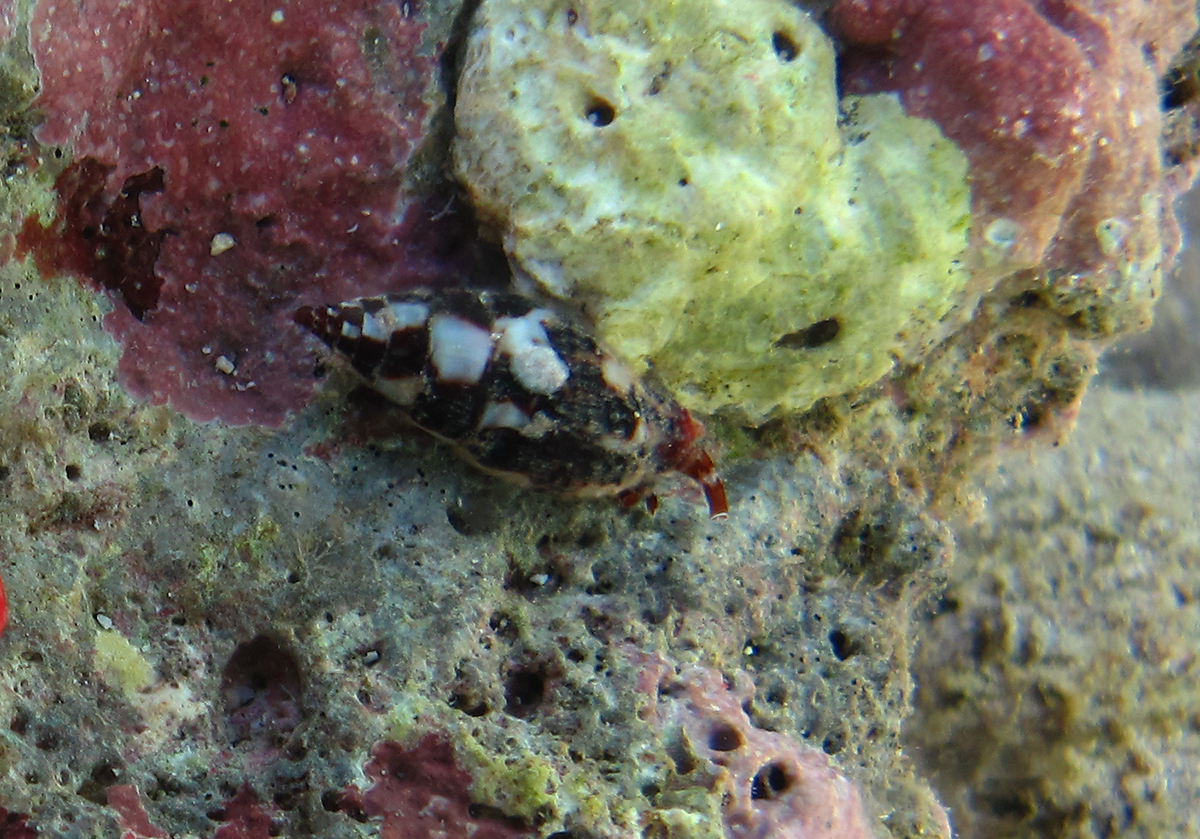
Nebularia contracta
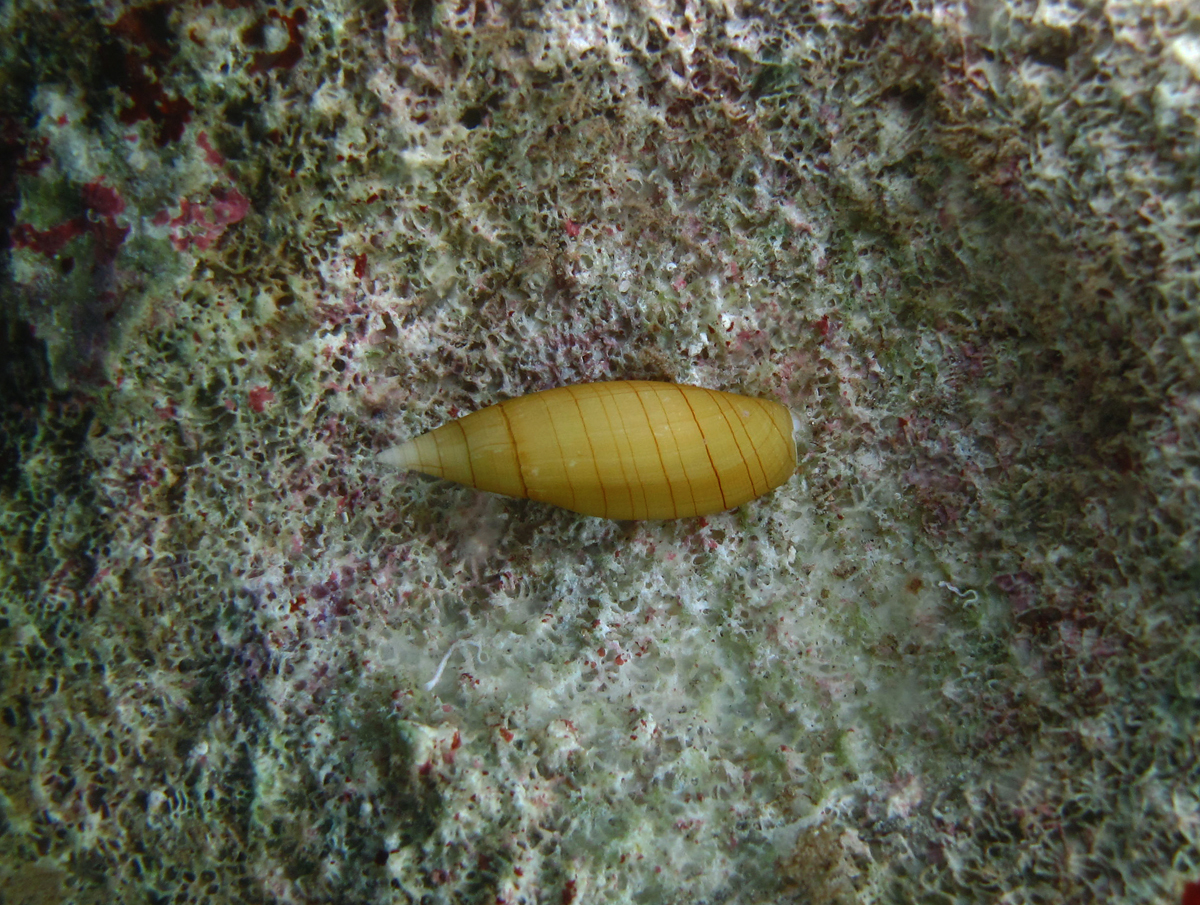
Nebularia multiplicata
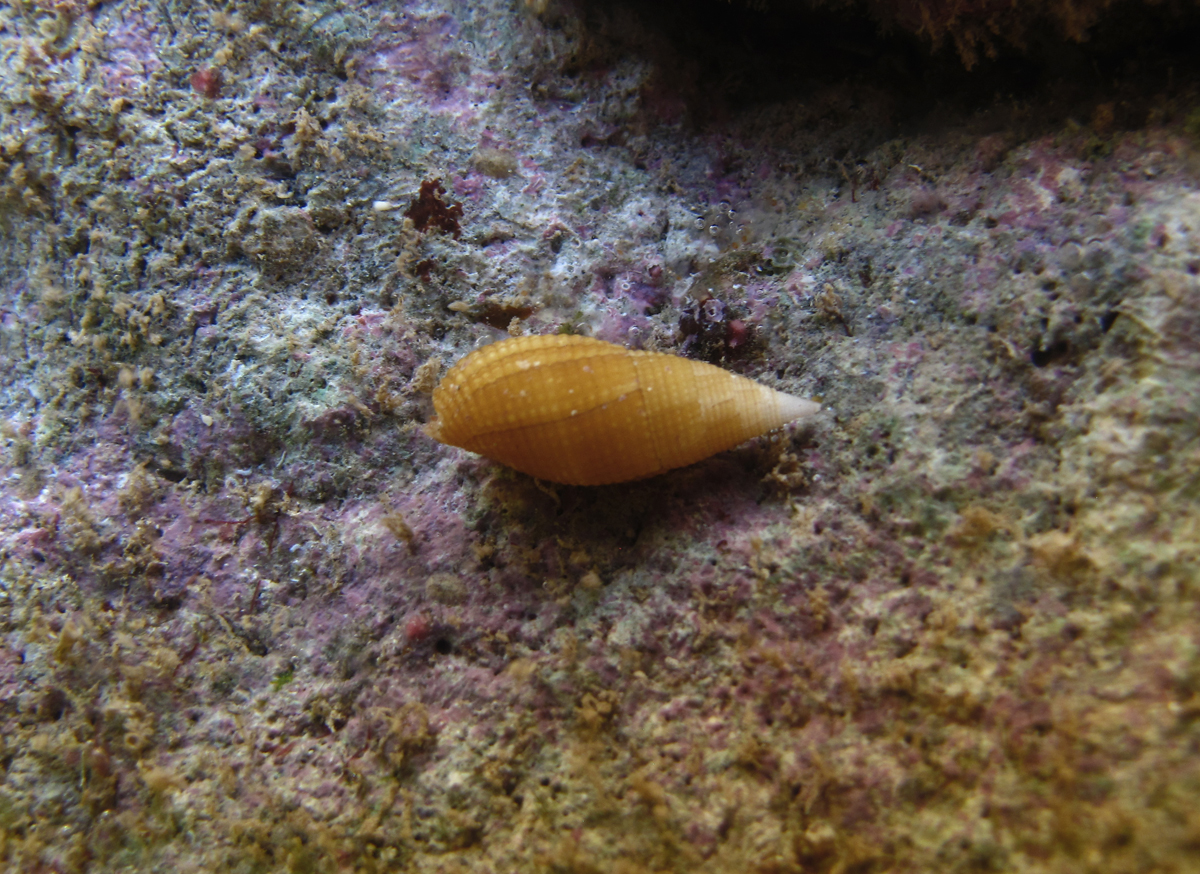
Nebularia pelliserpentis (ou boucheti)
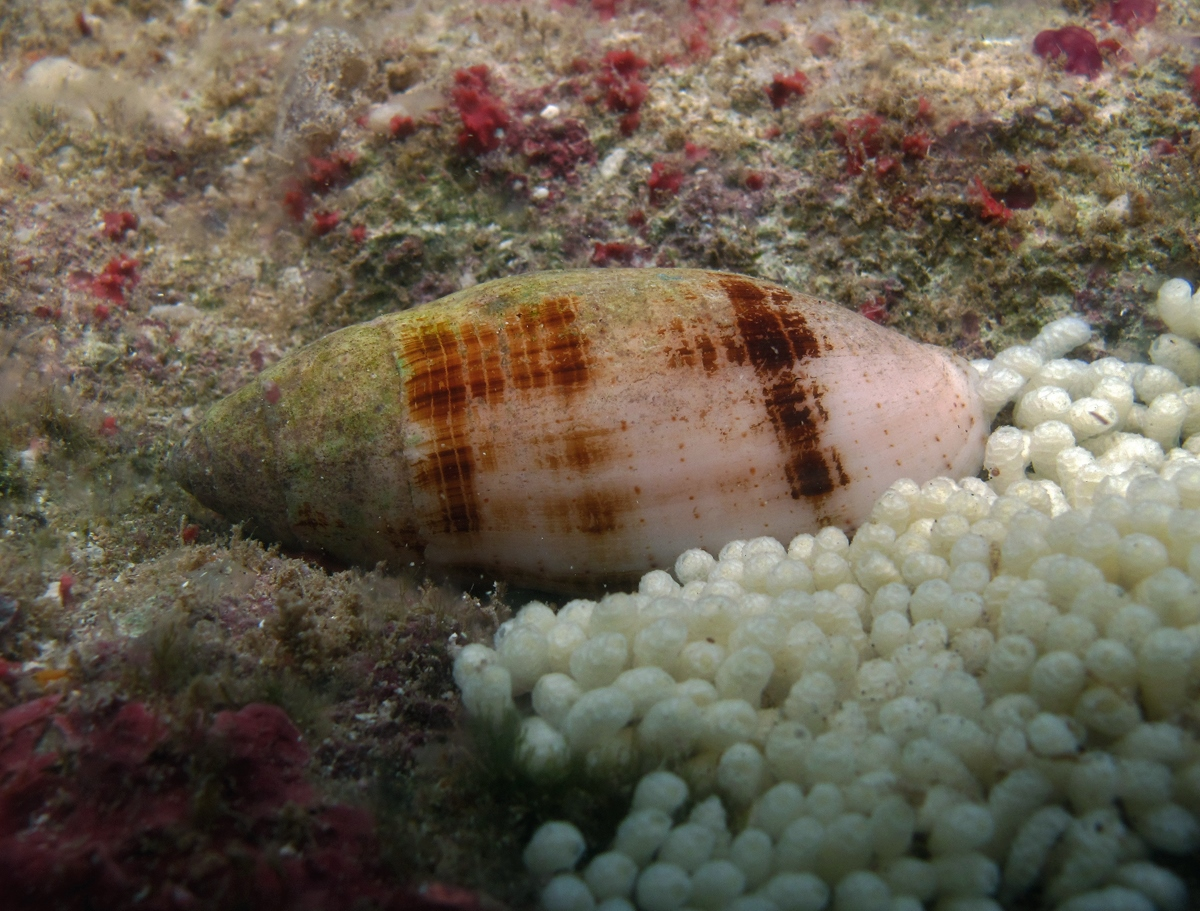
Pterygia nucea, avec sa ponte (rare)
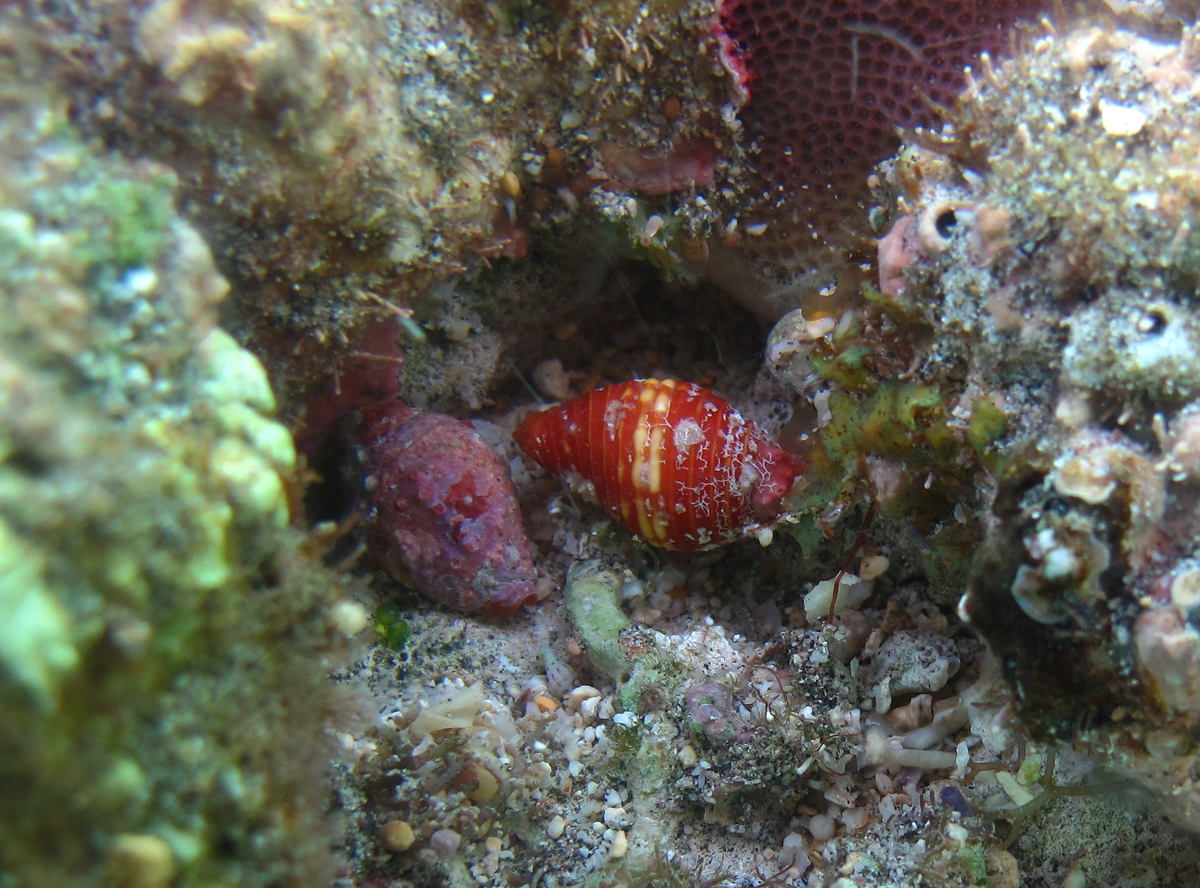
Pseudonebularia cucumerina
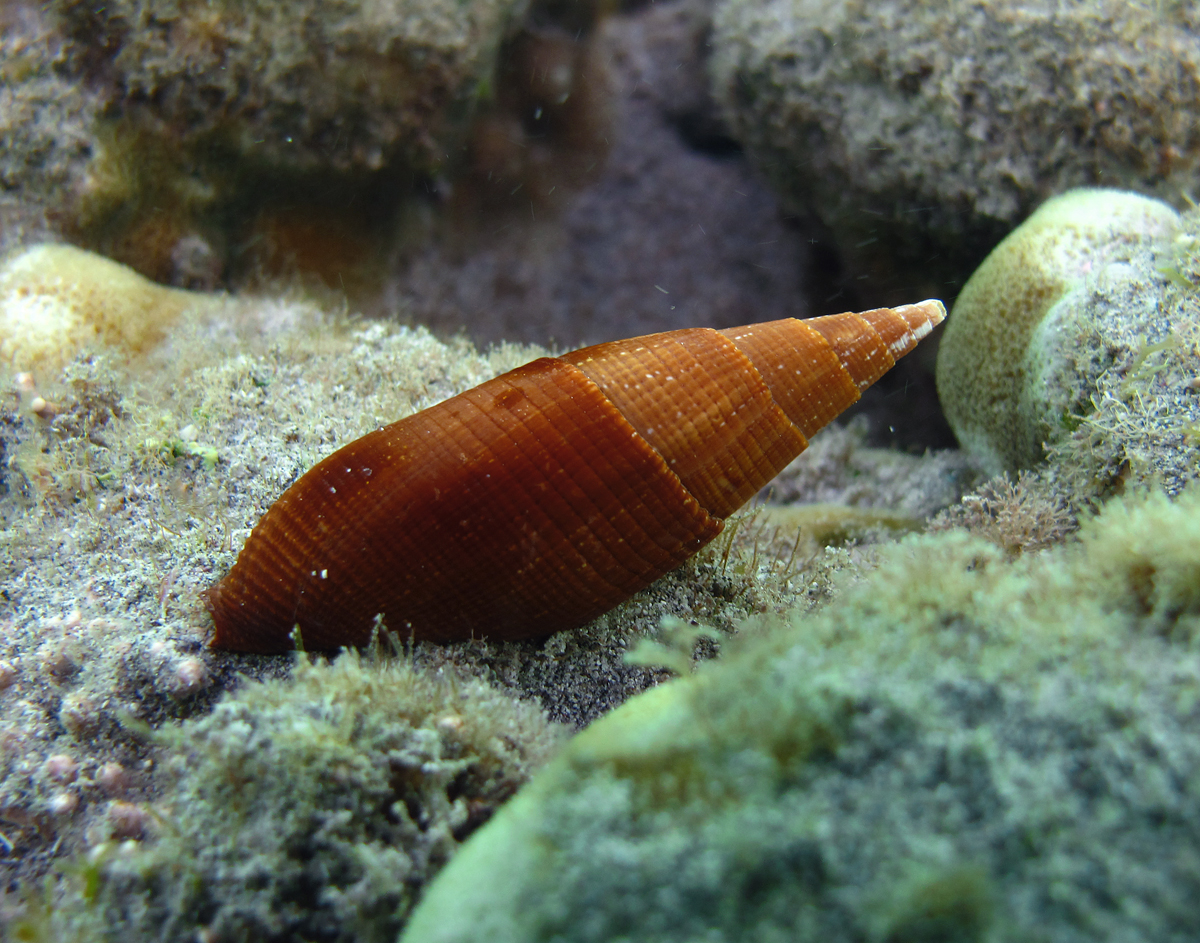
Strigatella coffea
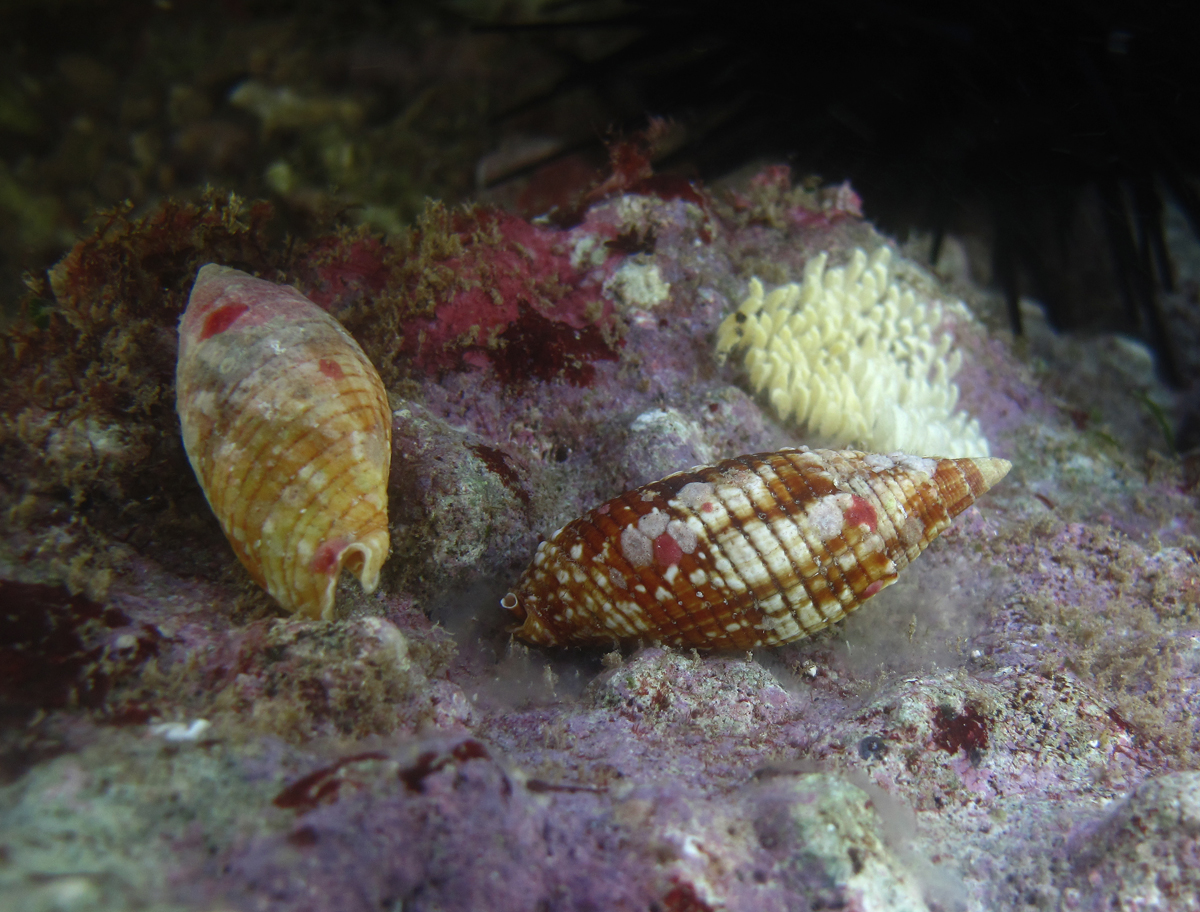
Strigatella imperialis et sa ponte
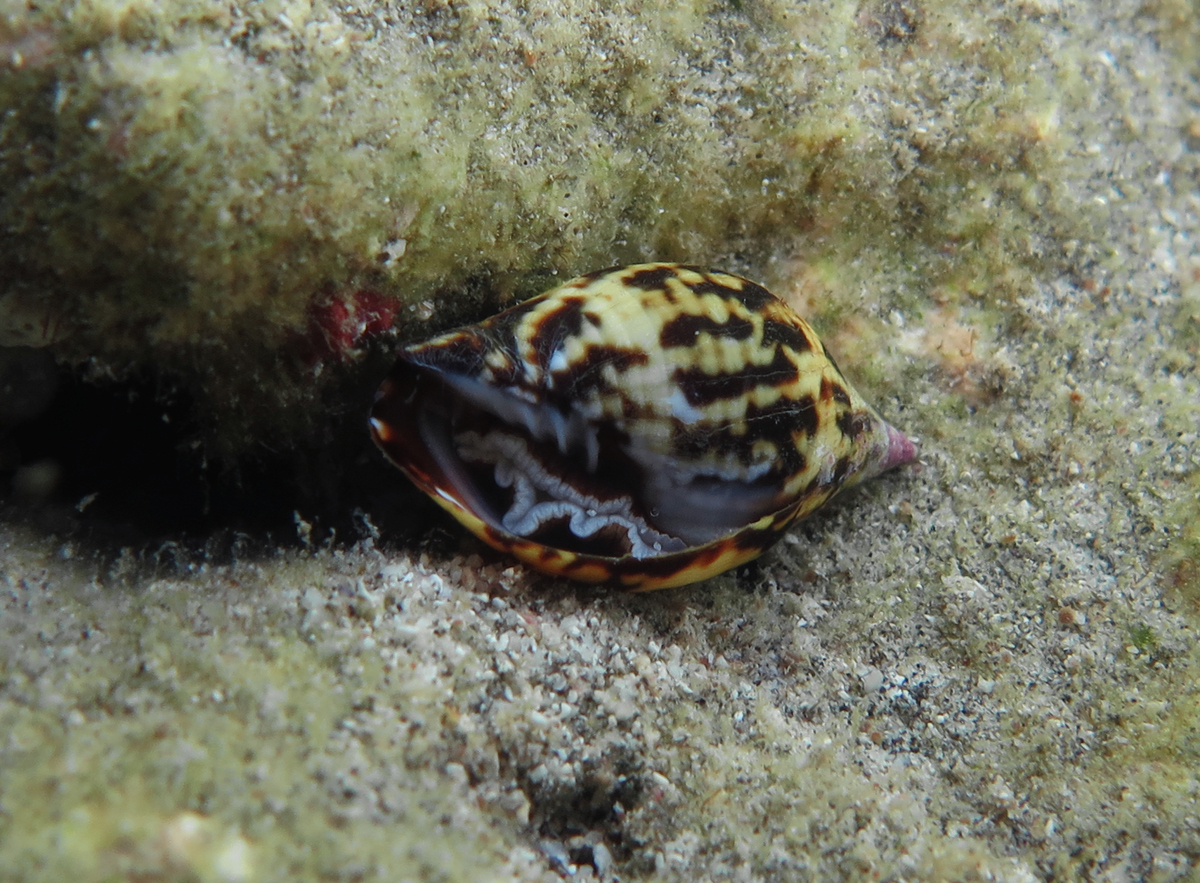
Strigatella litterata

Les murex
La famille des Muricidae, avec plus de 180 genres et plus de 1 500 espèces, est une des plus grandes familles de gastéropodes marins. Les coquilles sont de forme et de taille très diverses. Leur forme fortement sculptée montre dans de nombreuses espèces des varices et des expansions formant des frondes, d’autres sont plus discrètes. La majorité des espèces se trouve dans les eaux tropicales et tempérées, mais certaines peuvent vivre jusque dans les eaux polaires. Les murex sont carnivores, ils se nourrissent de gastéropodes et de bivalves dont ils percent la coquille avec leur radula, de bernacles et de vers marins. 121 espèces de Muricidae sont recensées à La Réunion.

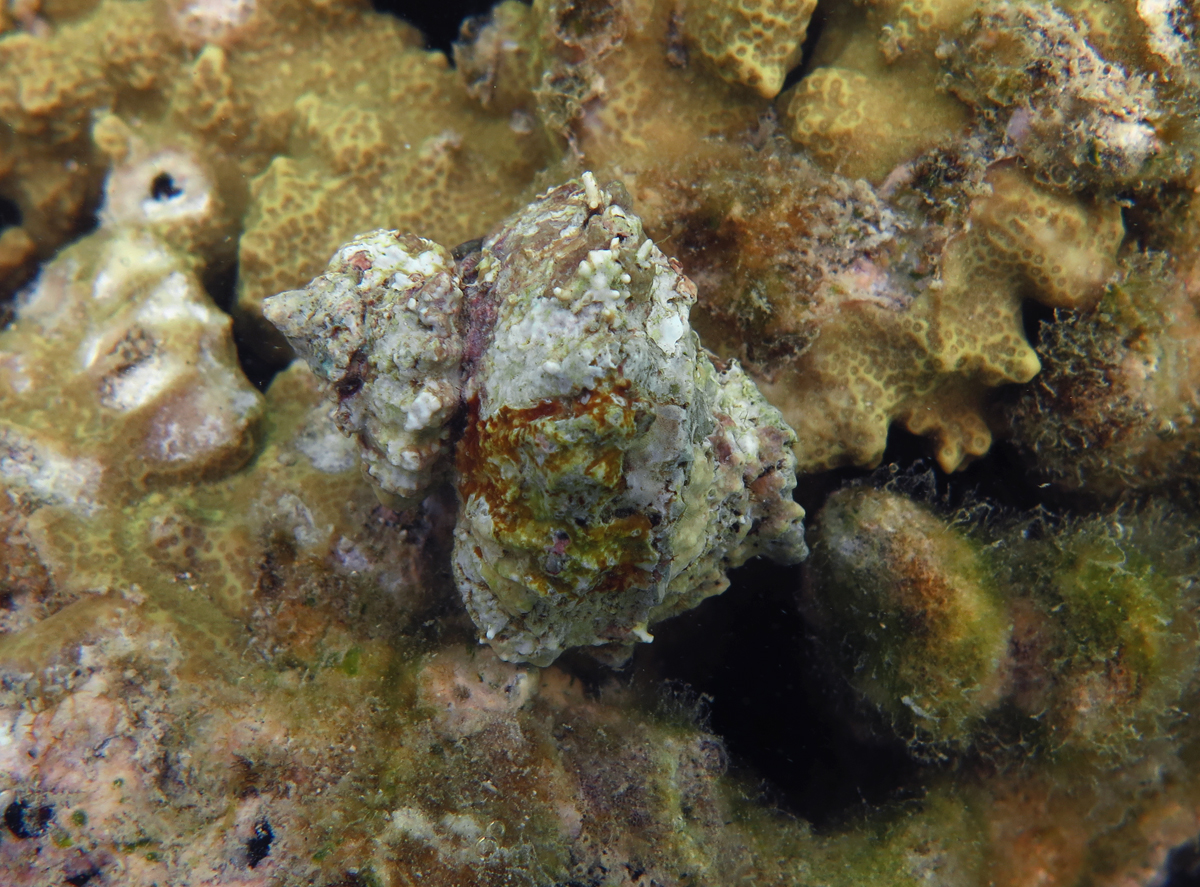
Coralliophila erosa
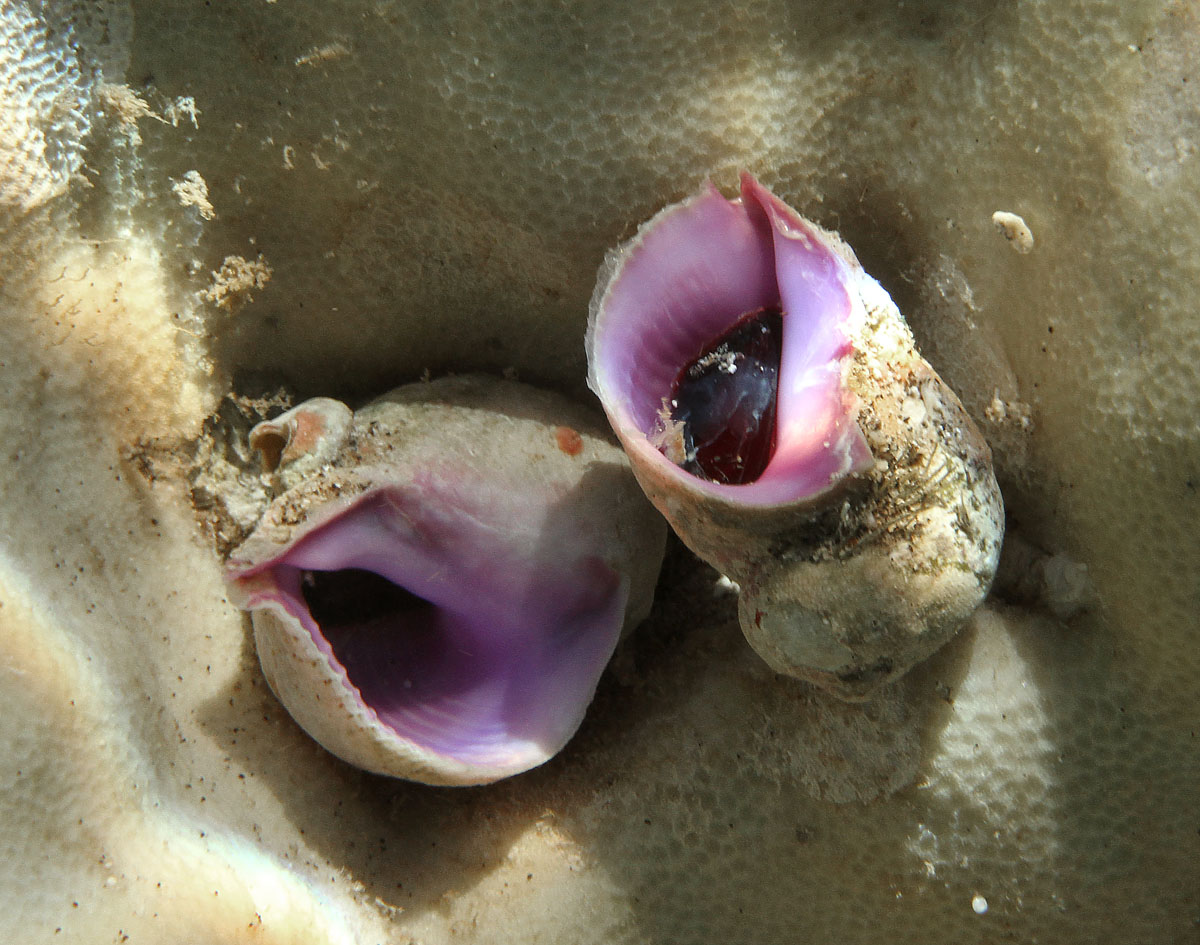
Coralliophila violacea
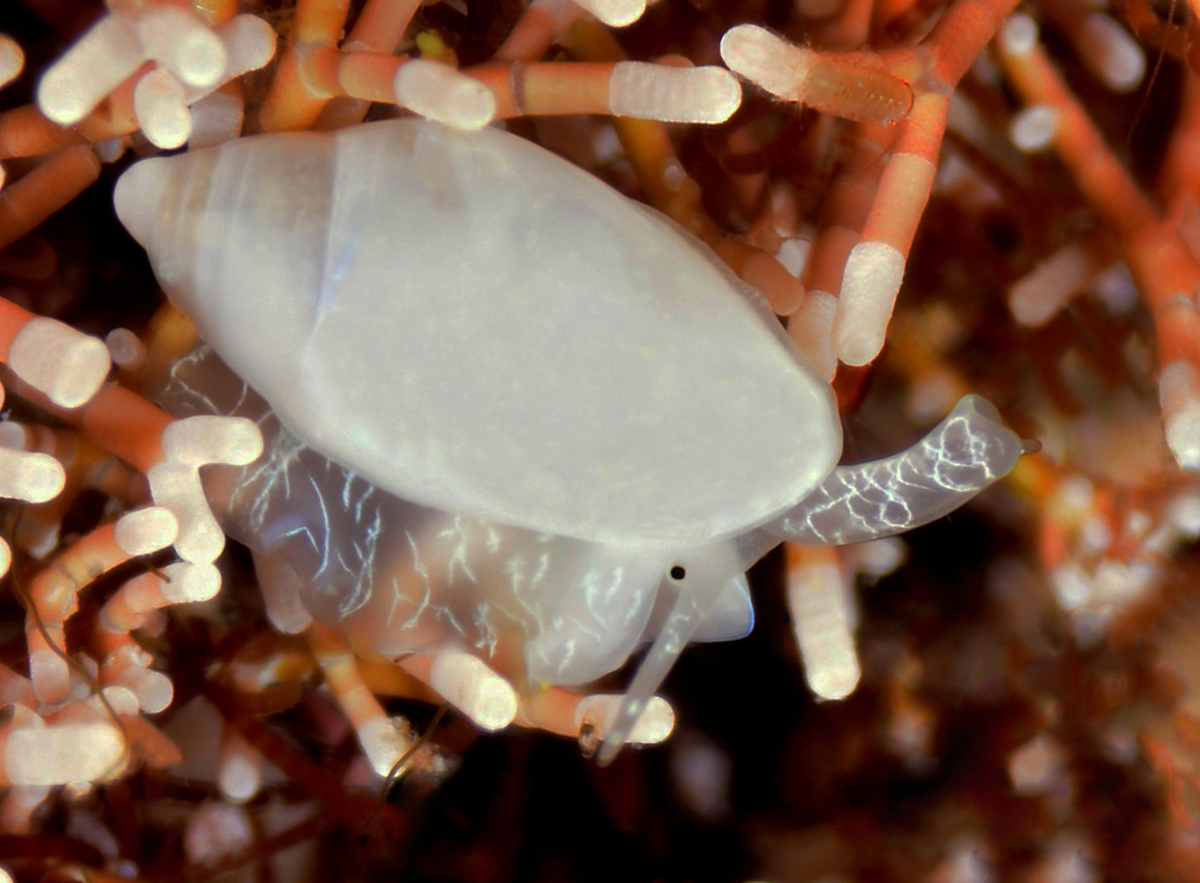
Dentimargo pumila
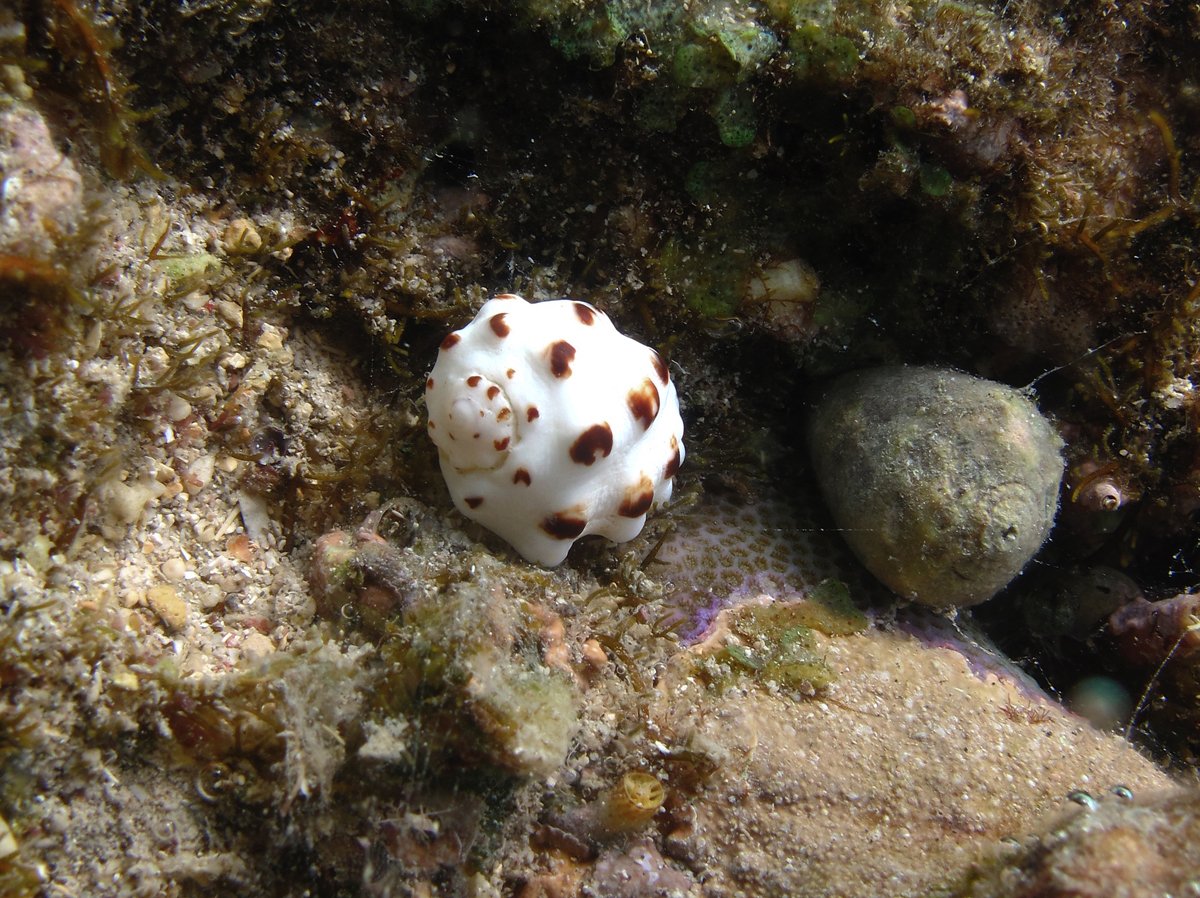
Une coquille vide et usée de Drupa albolabris
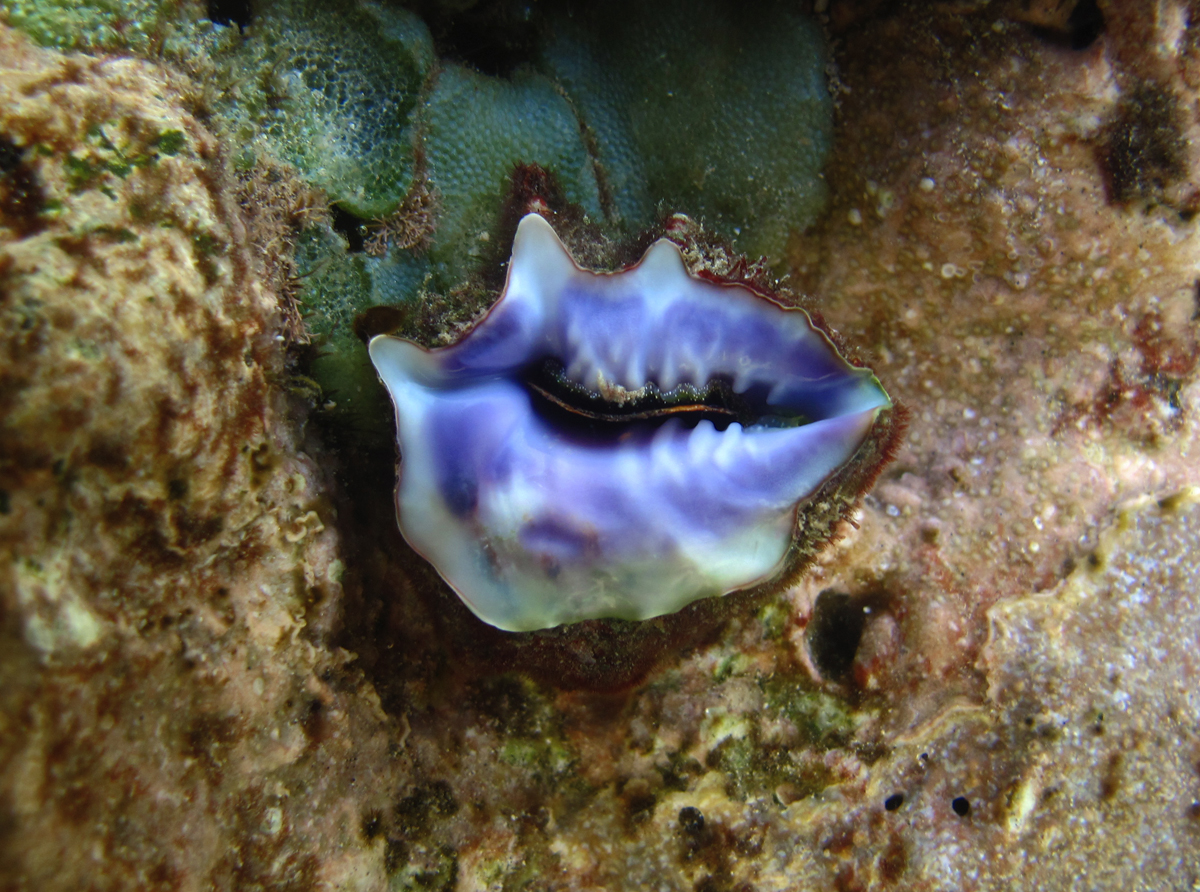
Drupa denticulata
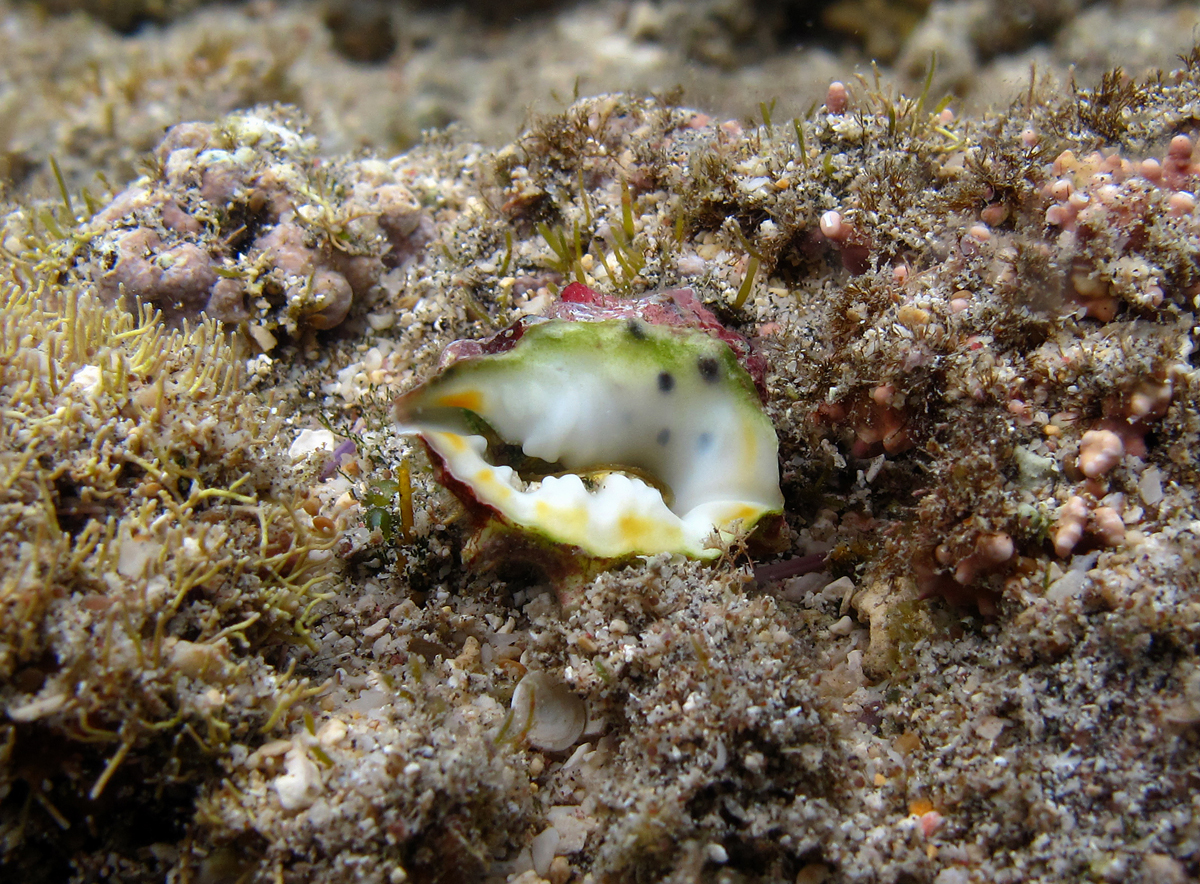
Drupa ricinus
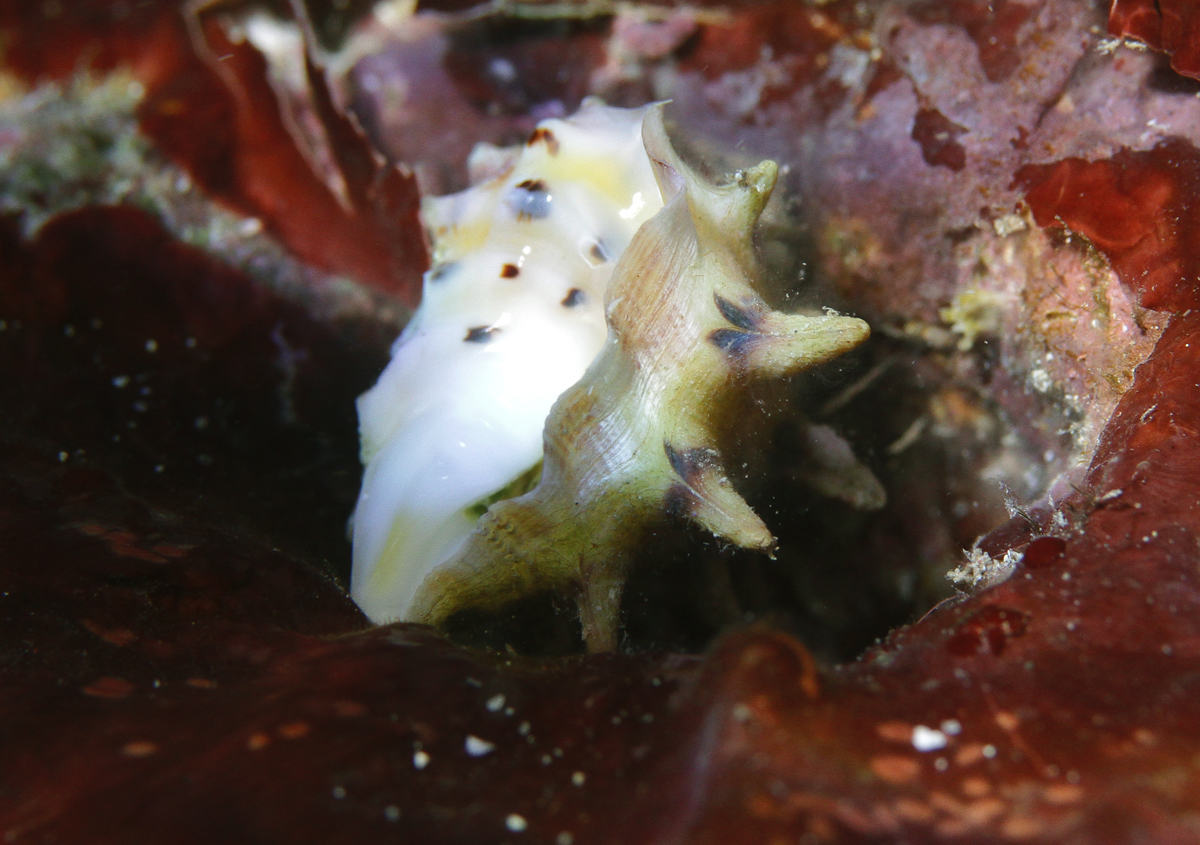
Drupa ricinus lischkei
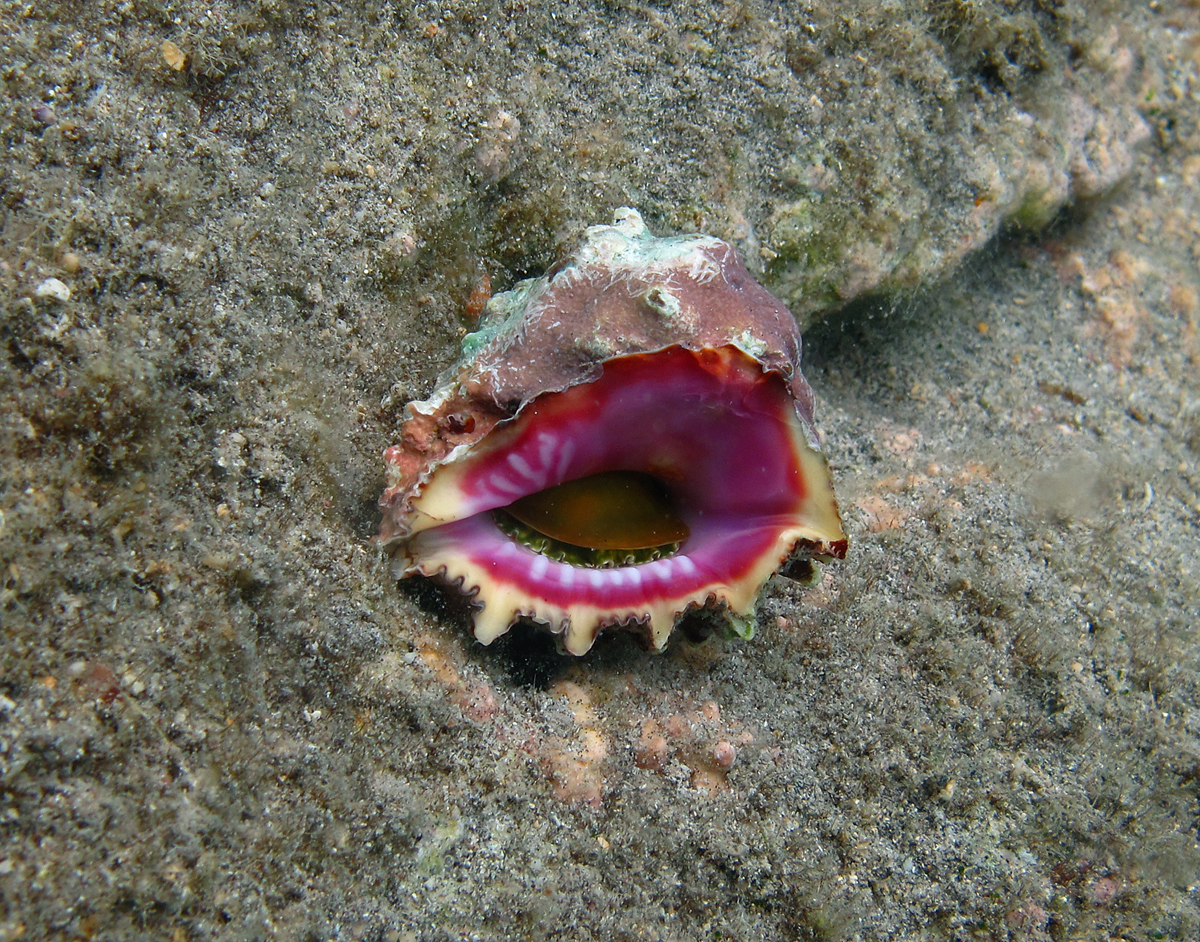
Drupa rubusidaeus
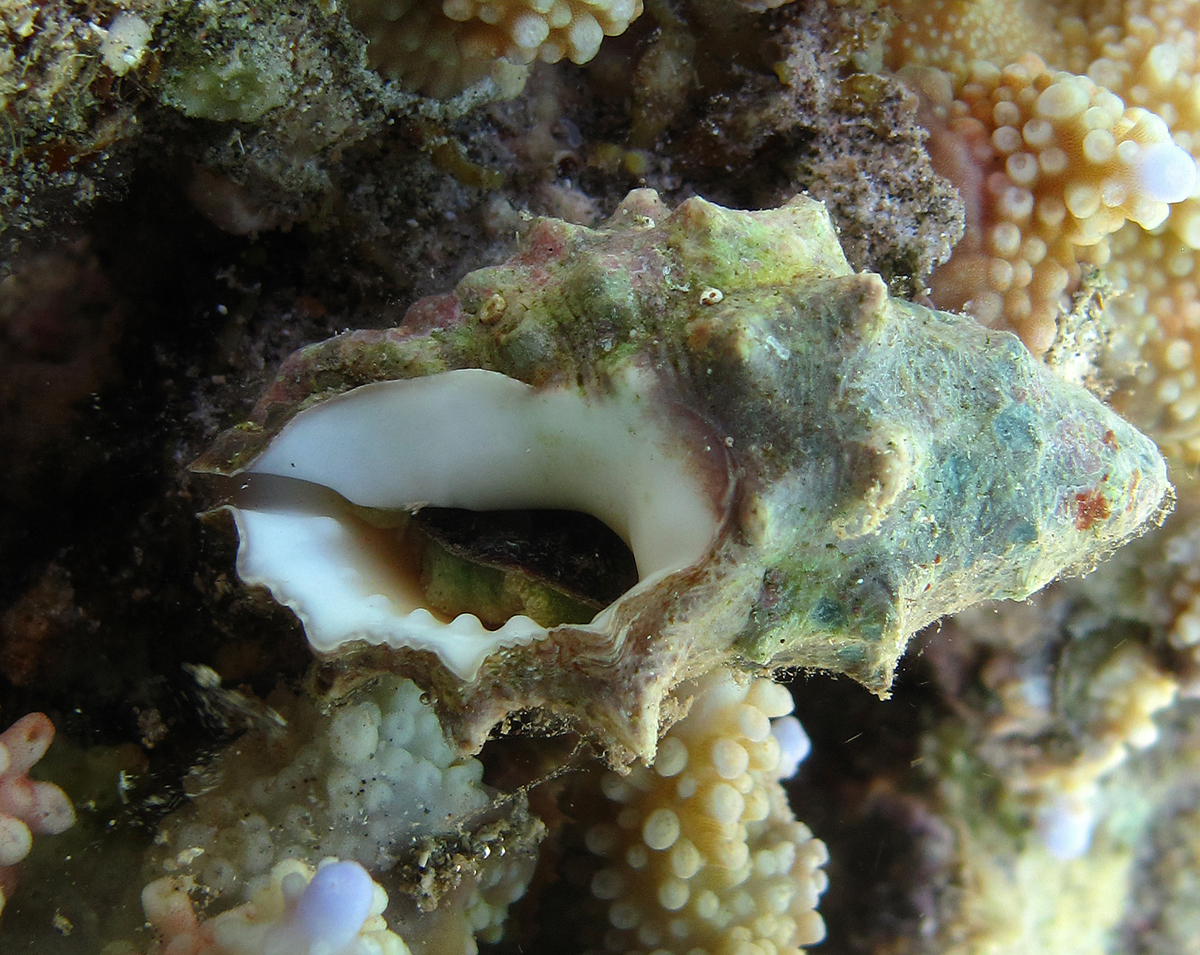
Drupella cornus
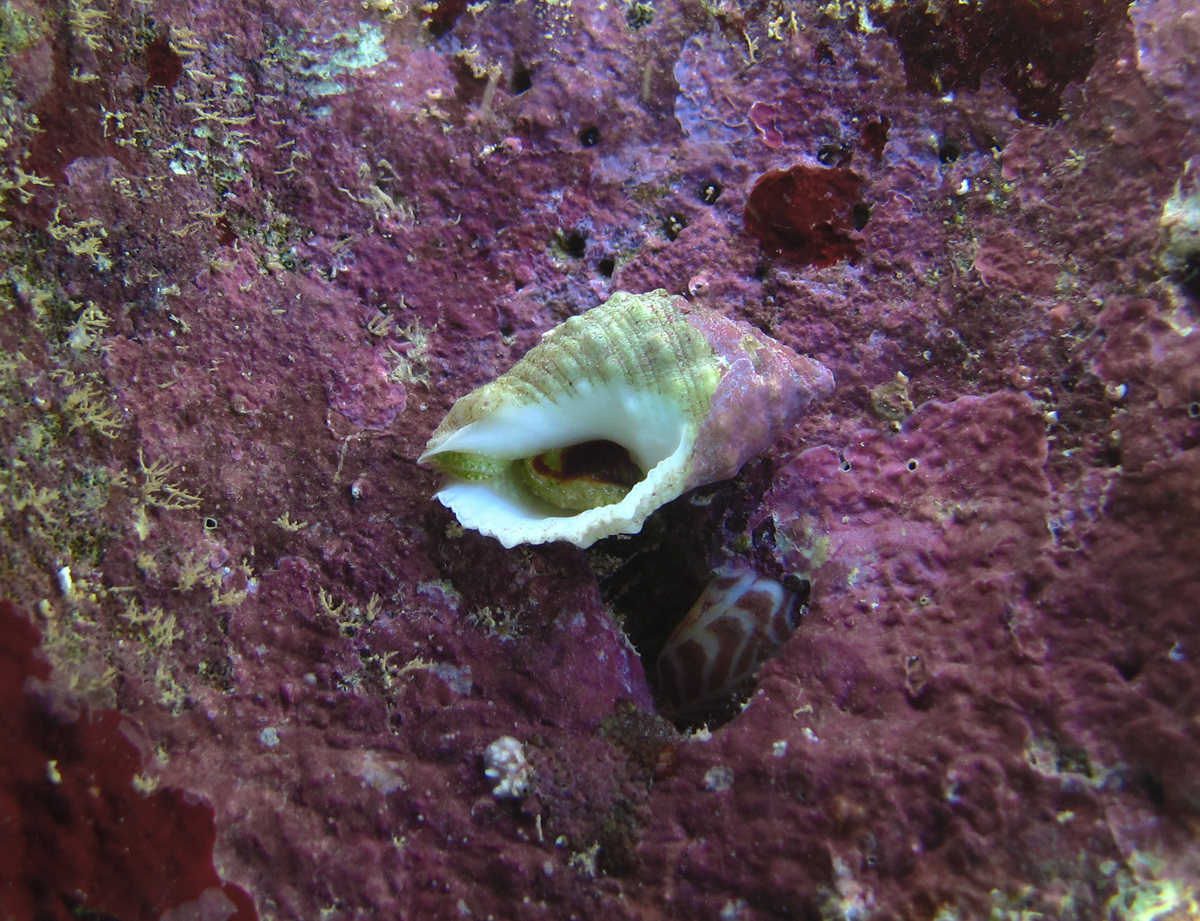
Drupella fragum (rare, forme blanche)
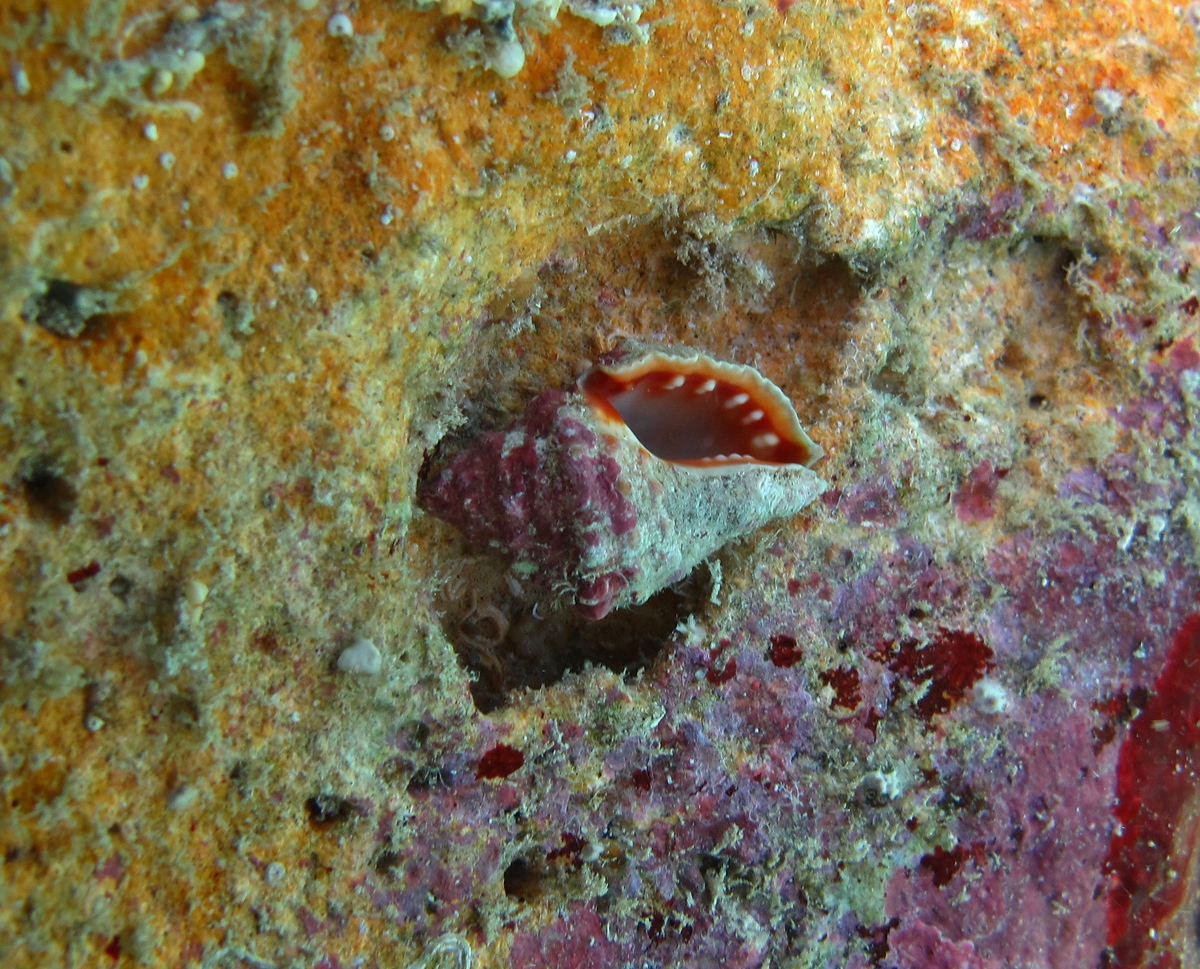
Drupella rugosa?
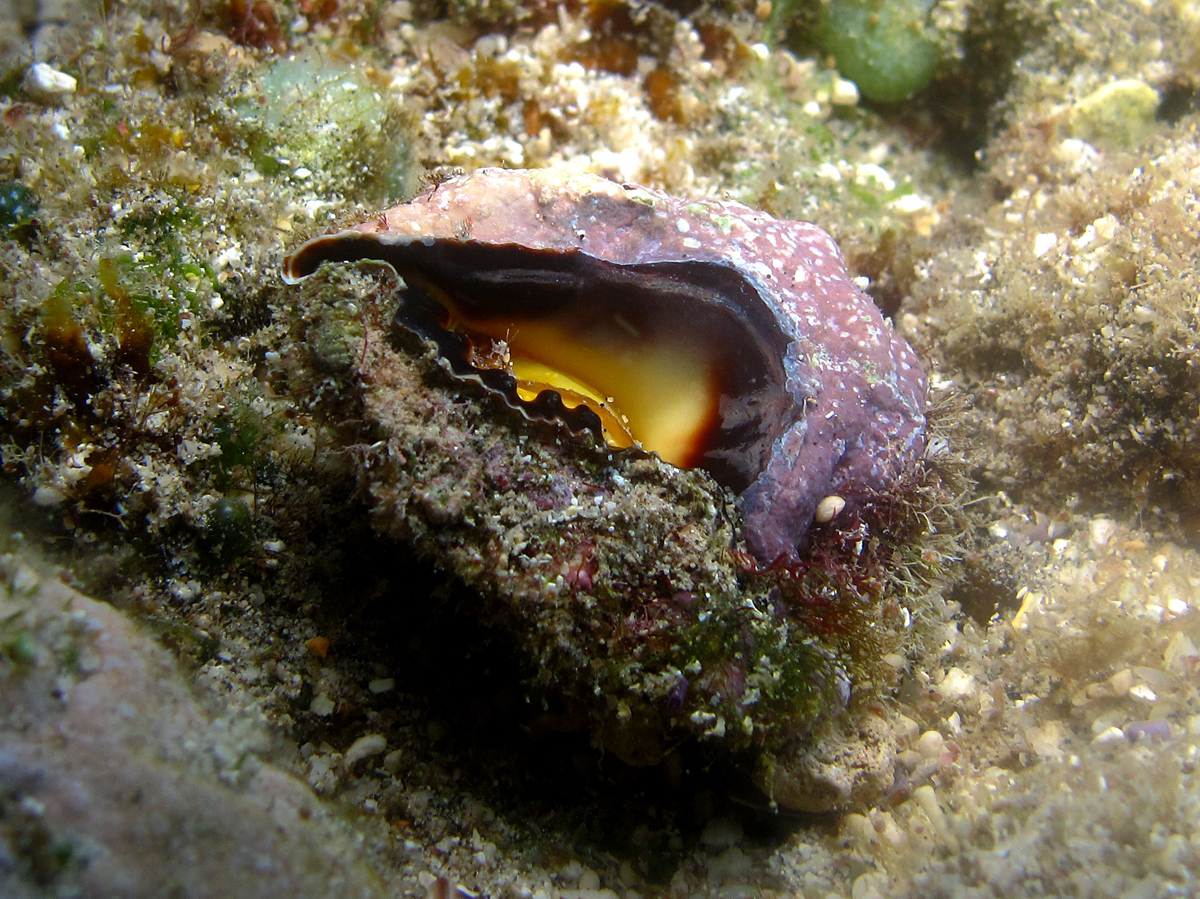
Drupina lobata
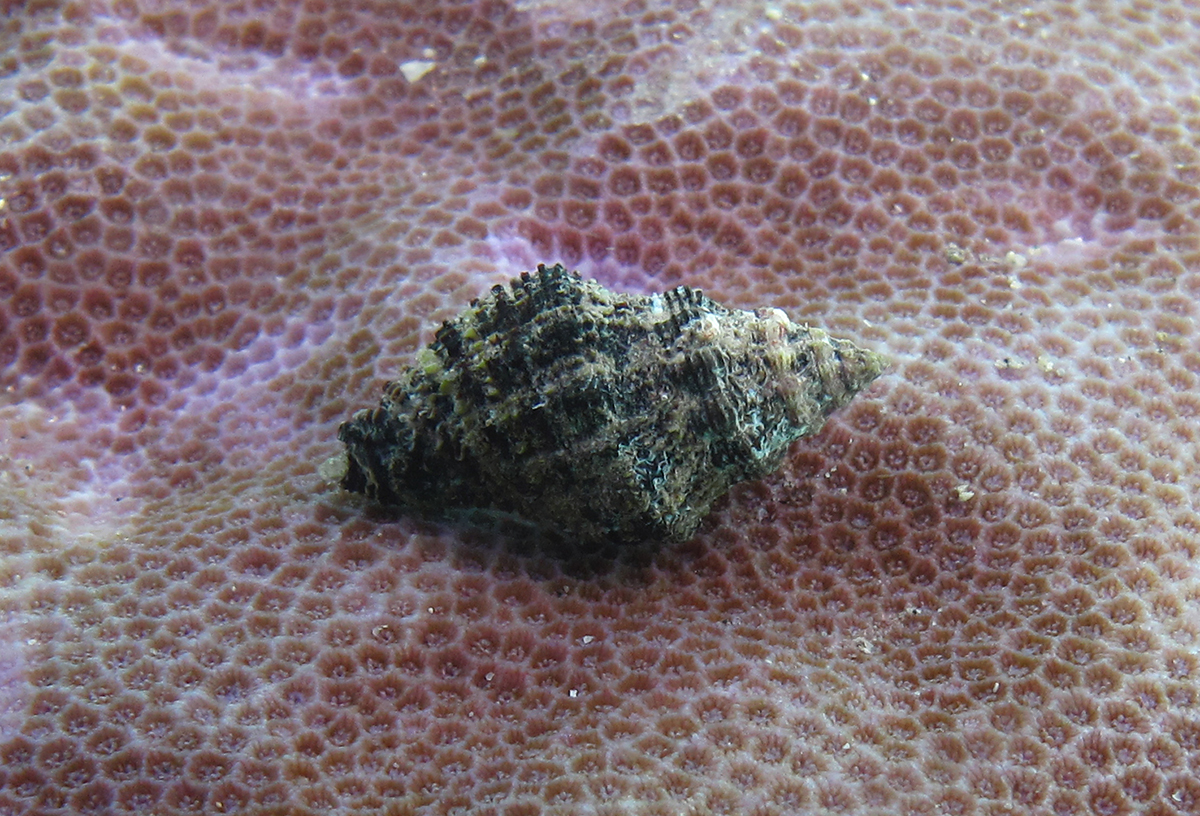
Drupella margariticola
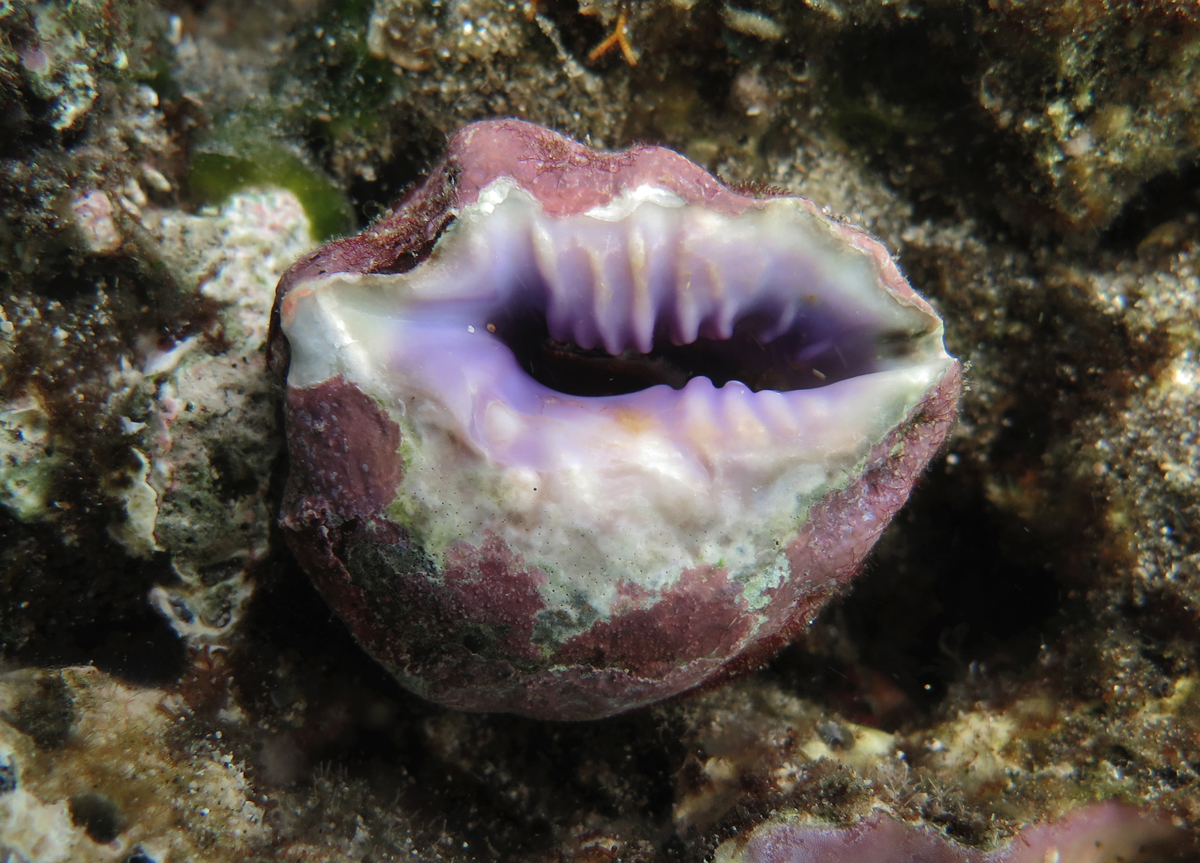
Drupa morum
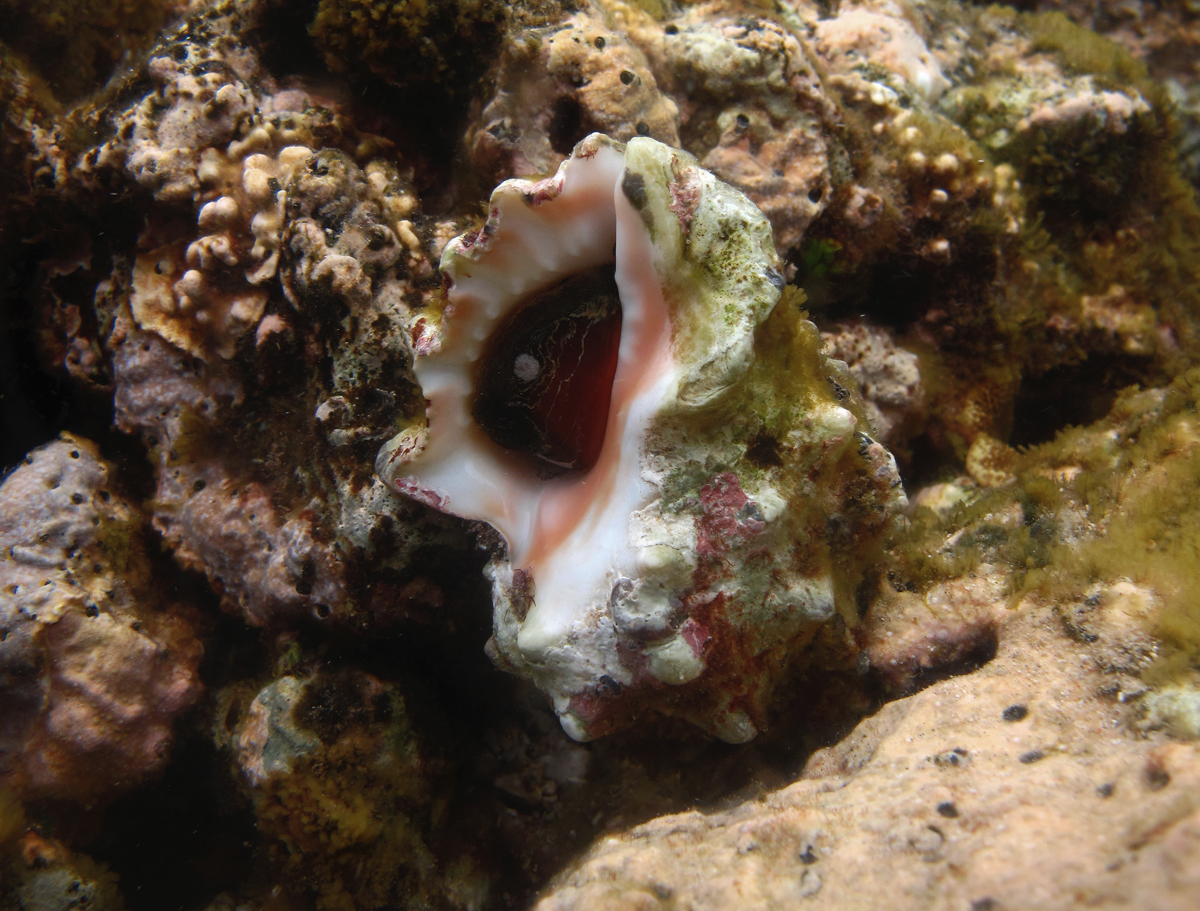
Mancinella armigera
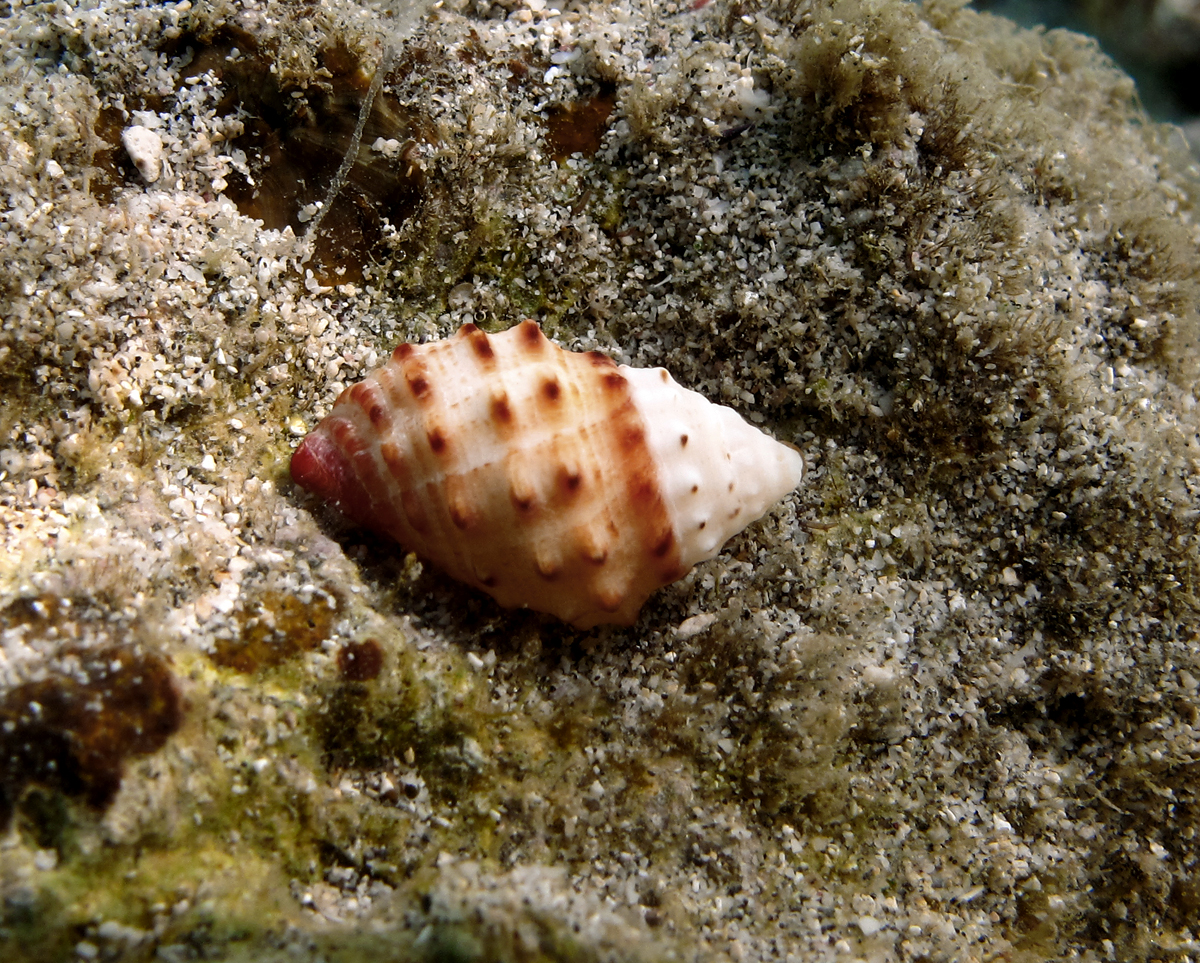
Mancinella sp.
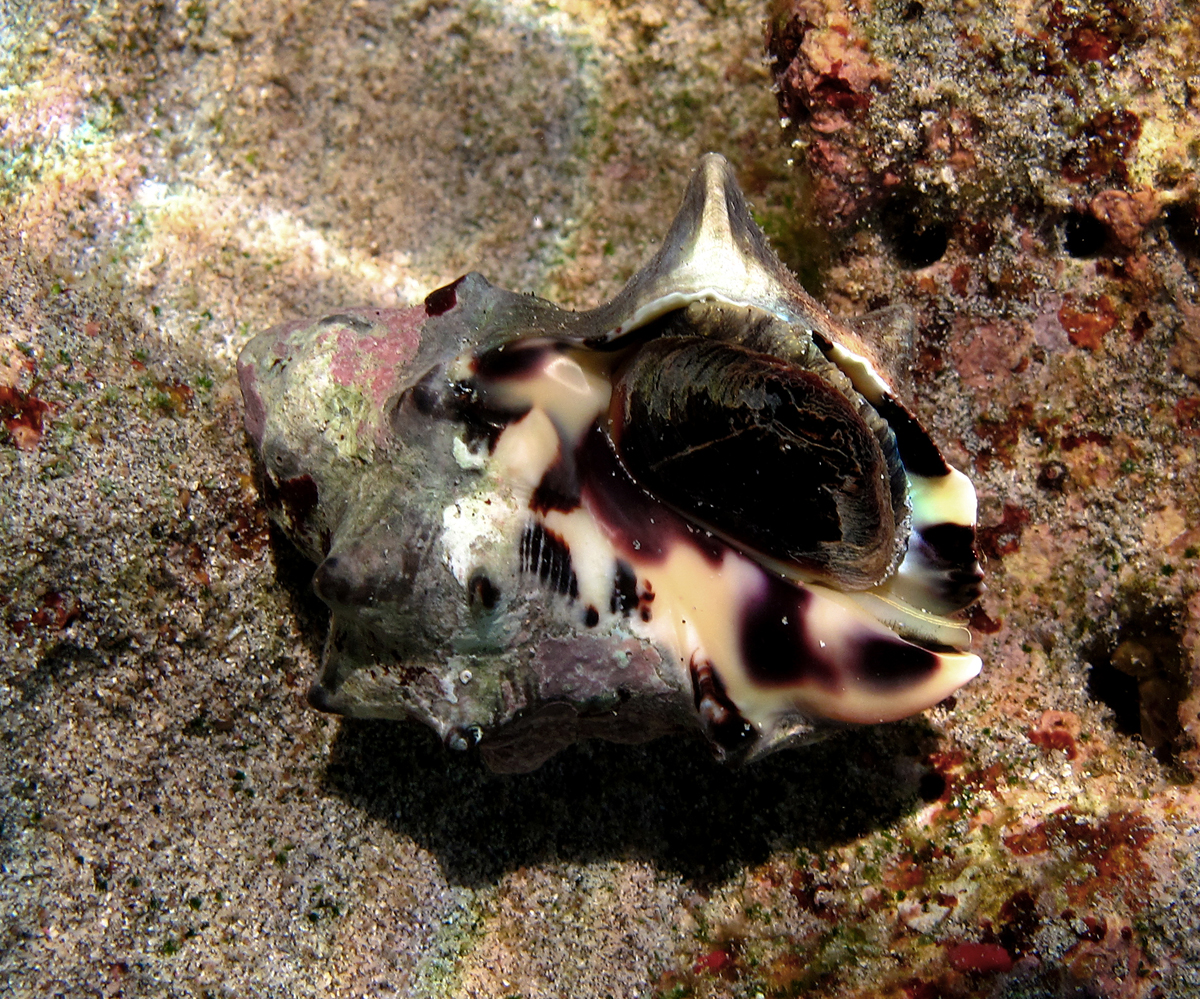
Menathais tuberosa
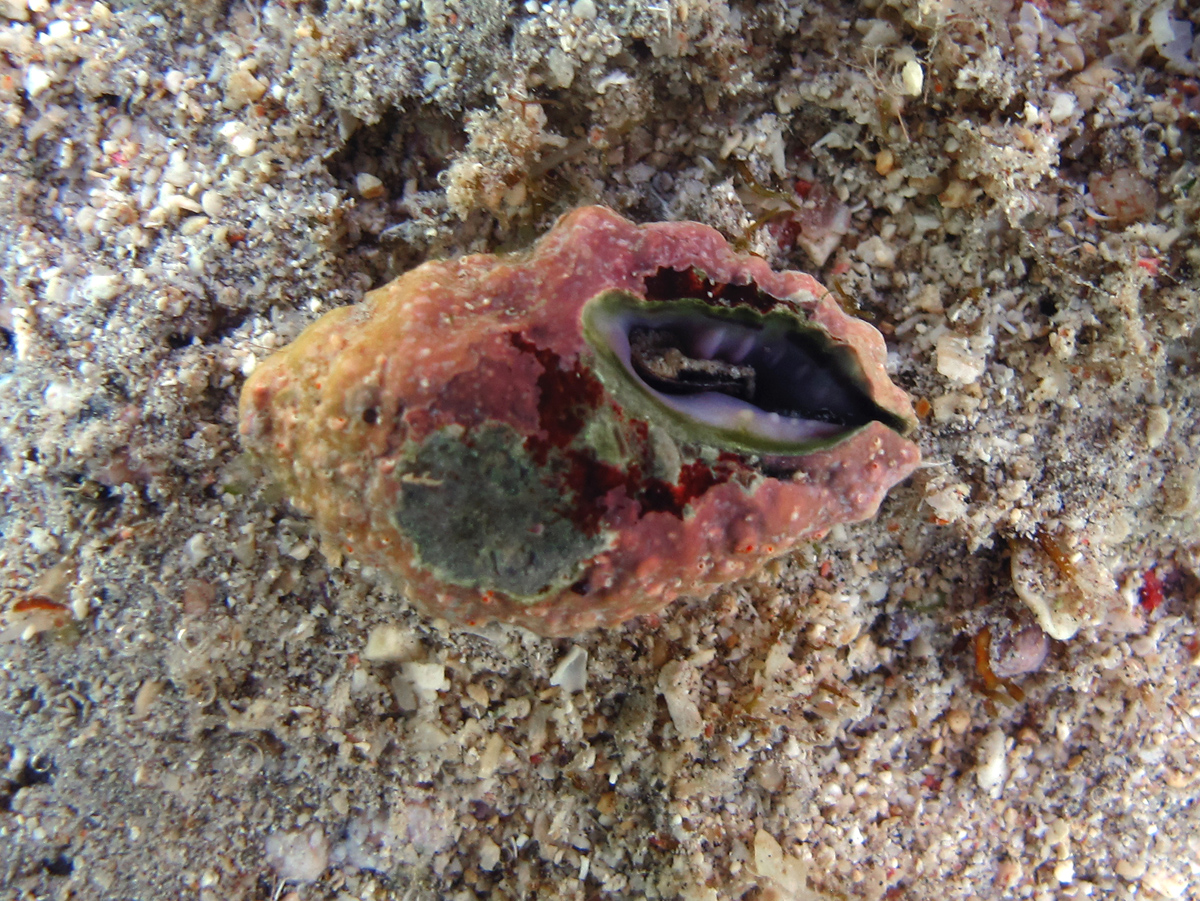
Morula aspera?
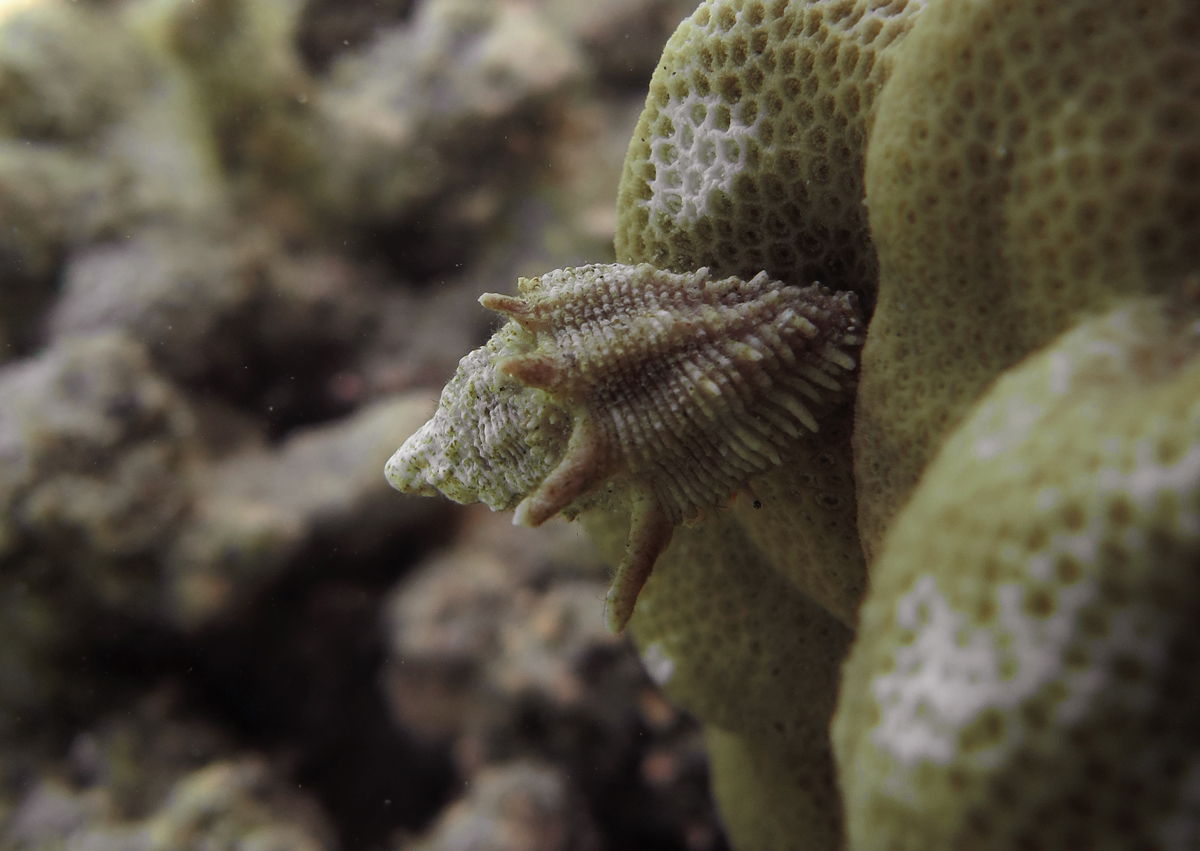
Morula coronata (rare)
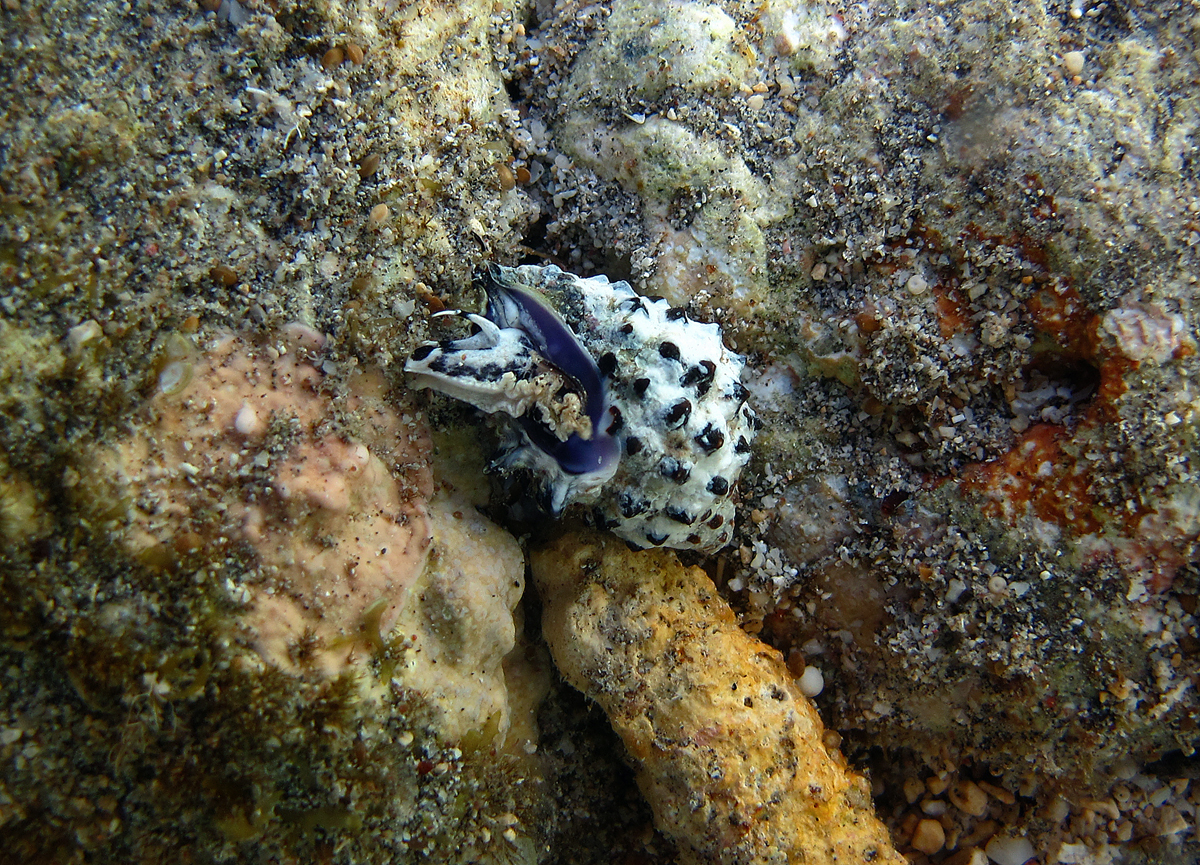
Morula uva
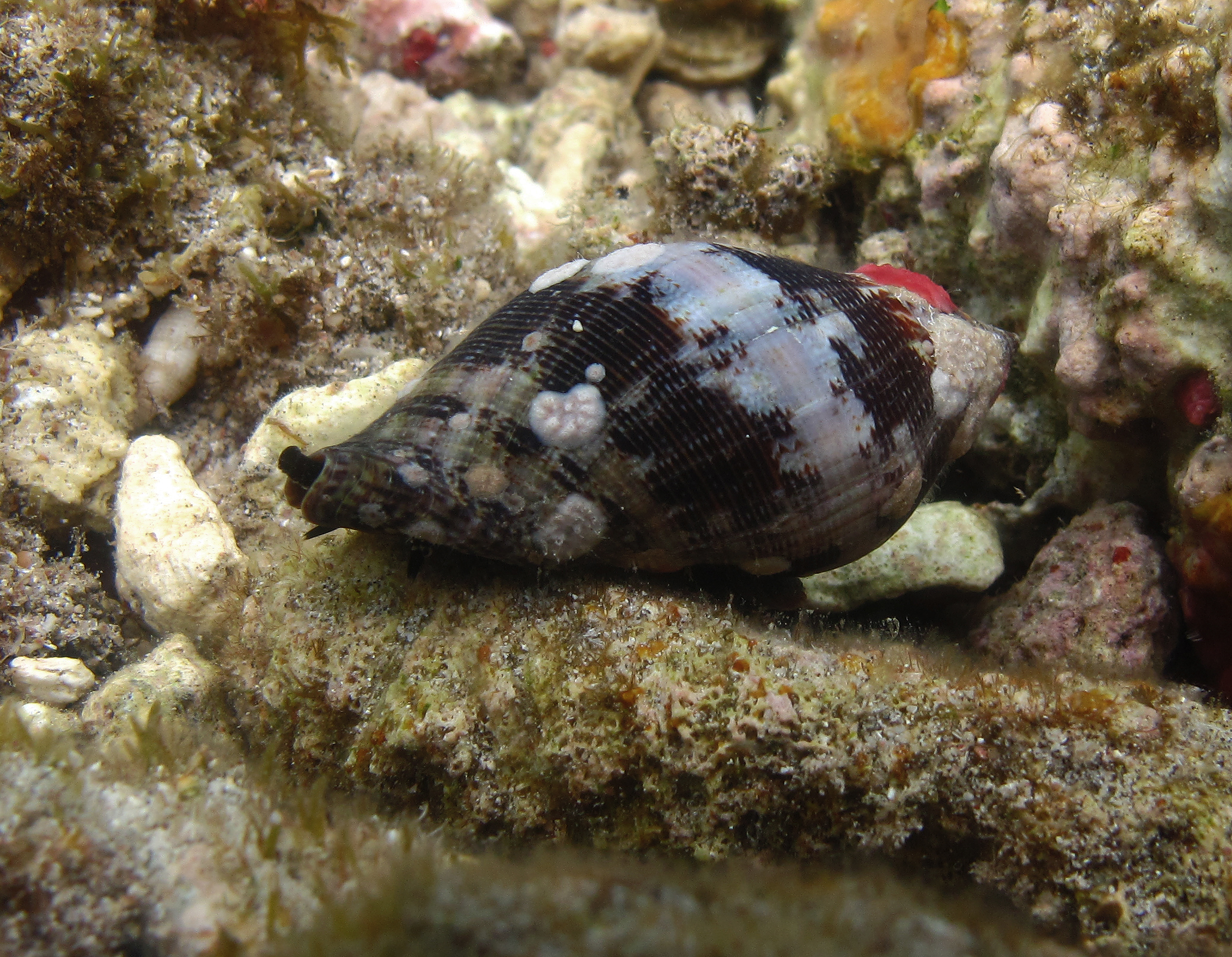
Nassa francolina
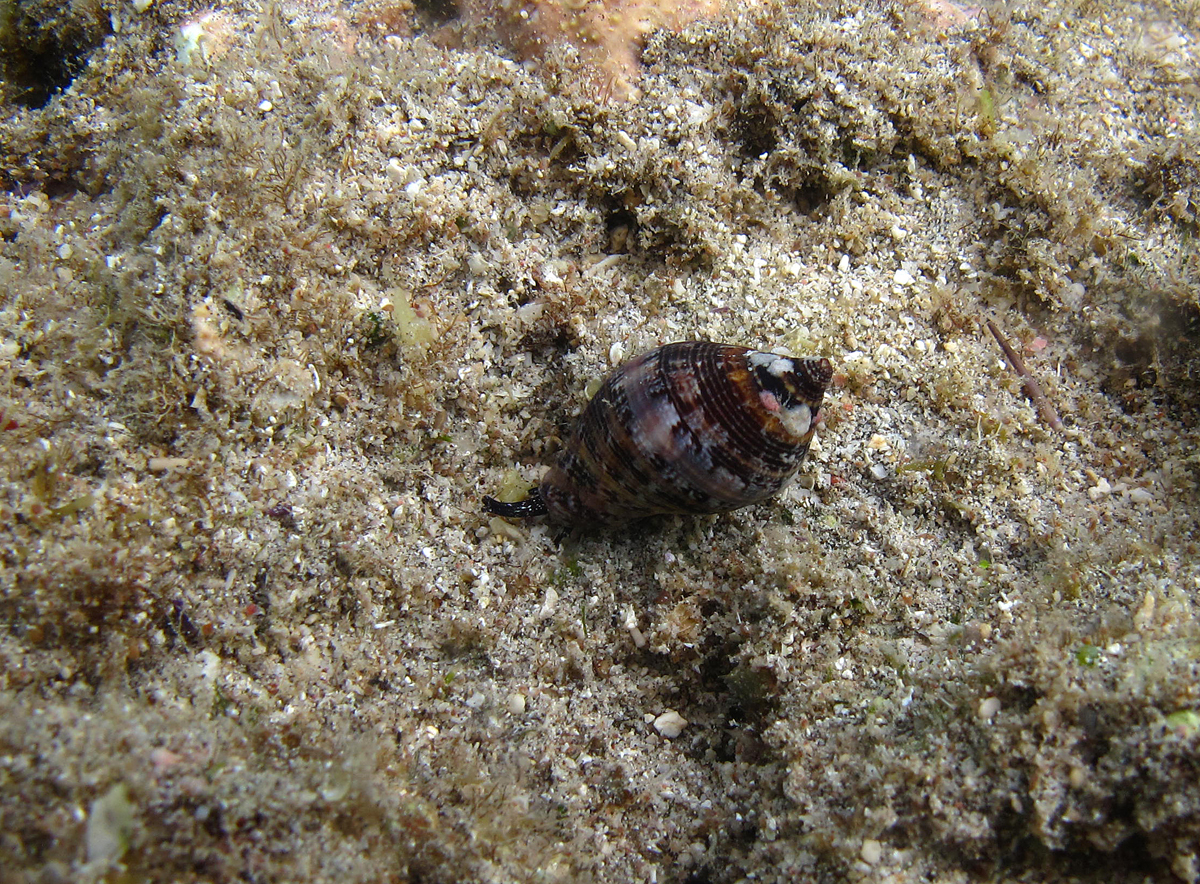
Nassa serta?
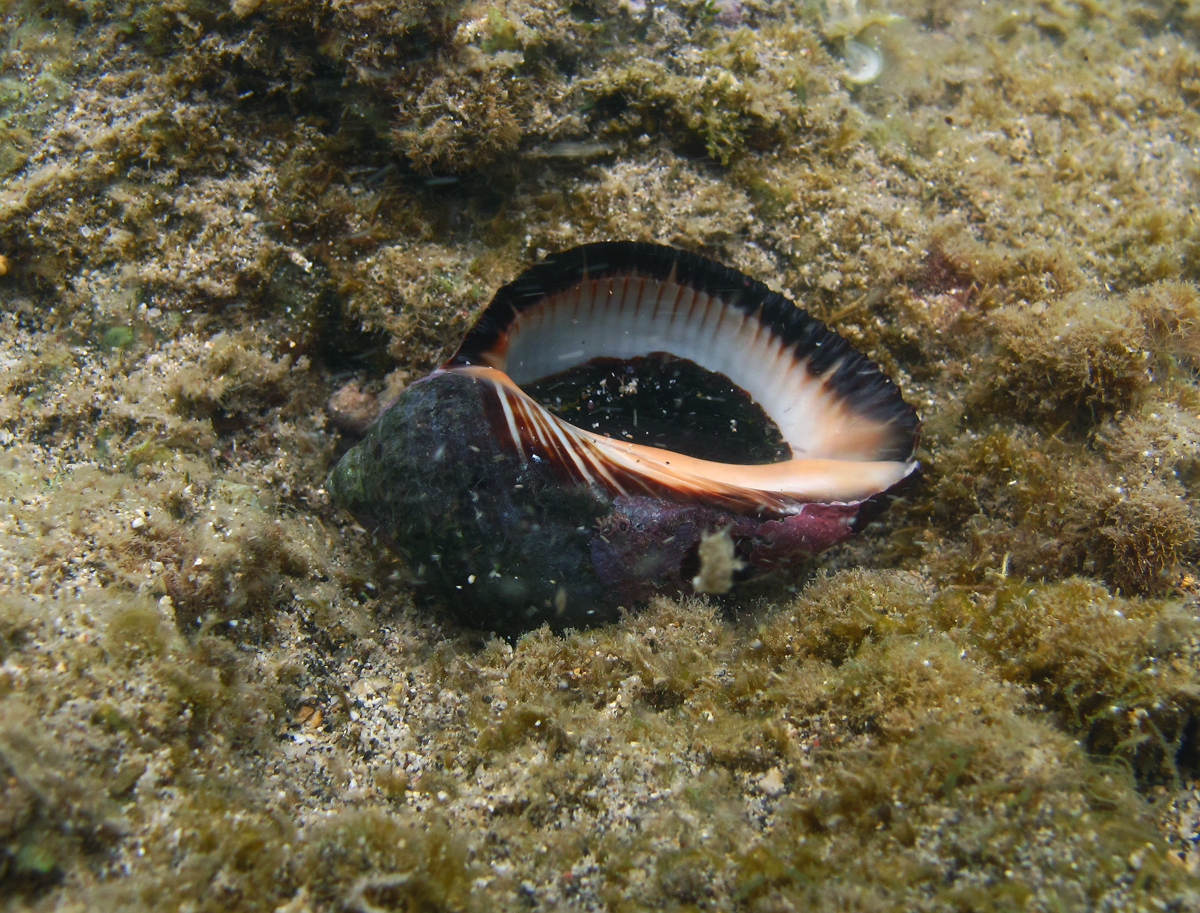
Purpura persica
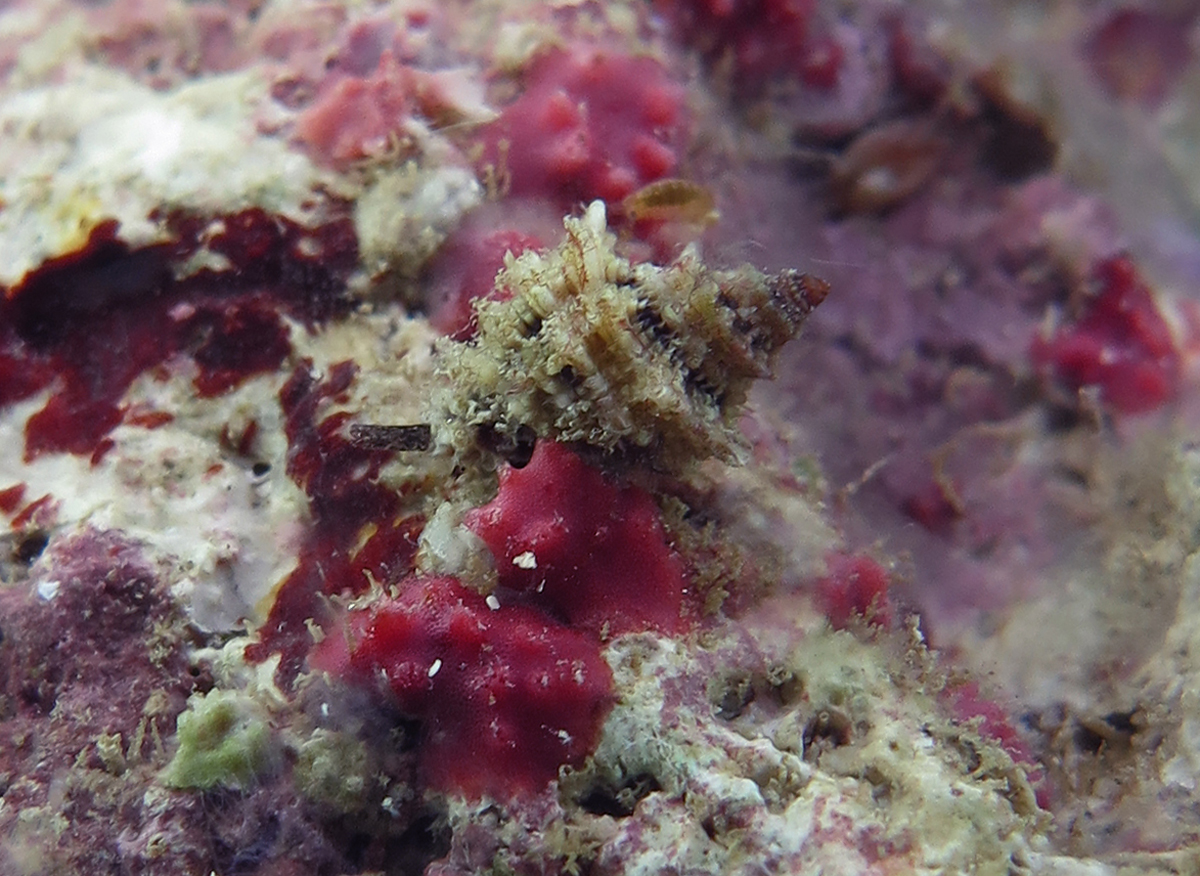
Spinidrupa infans
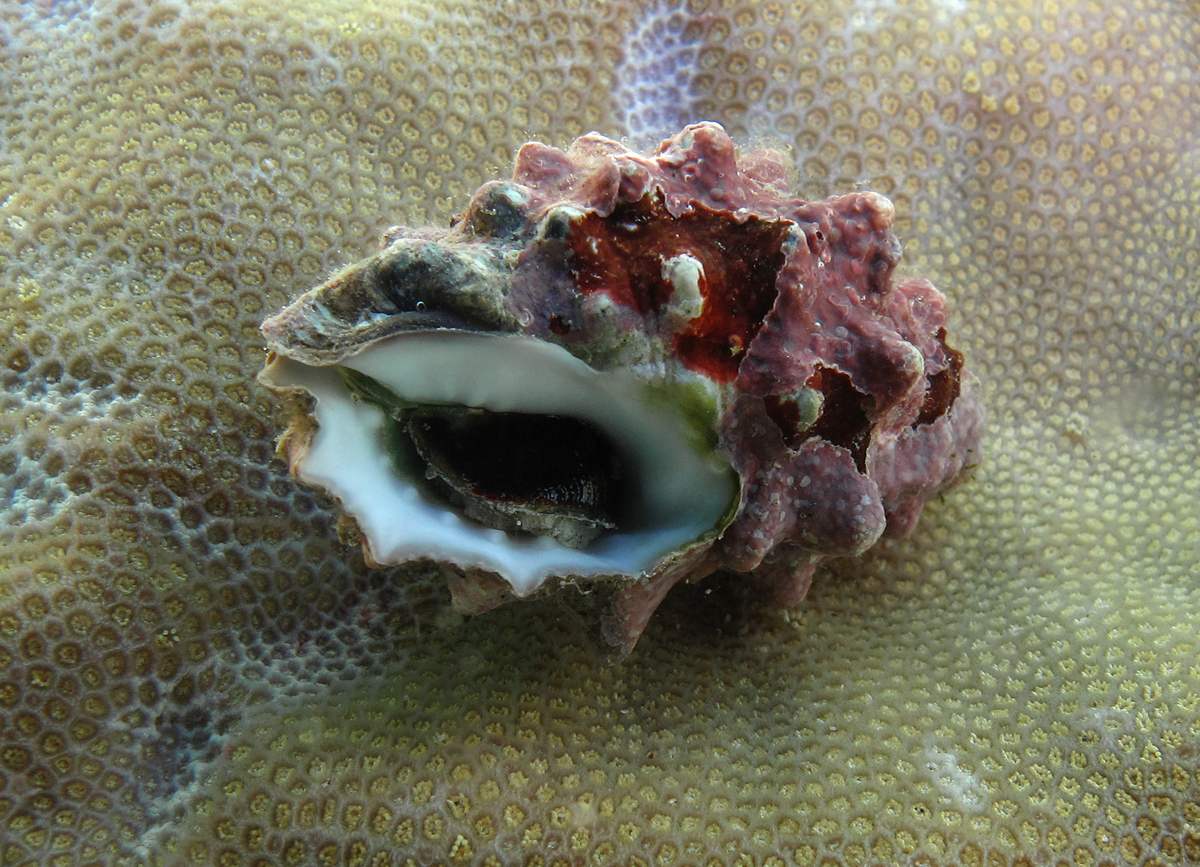
Tenguella granulata
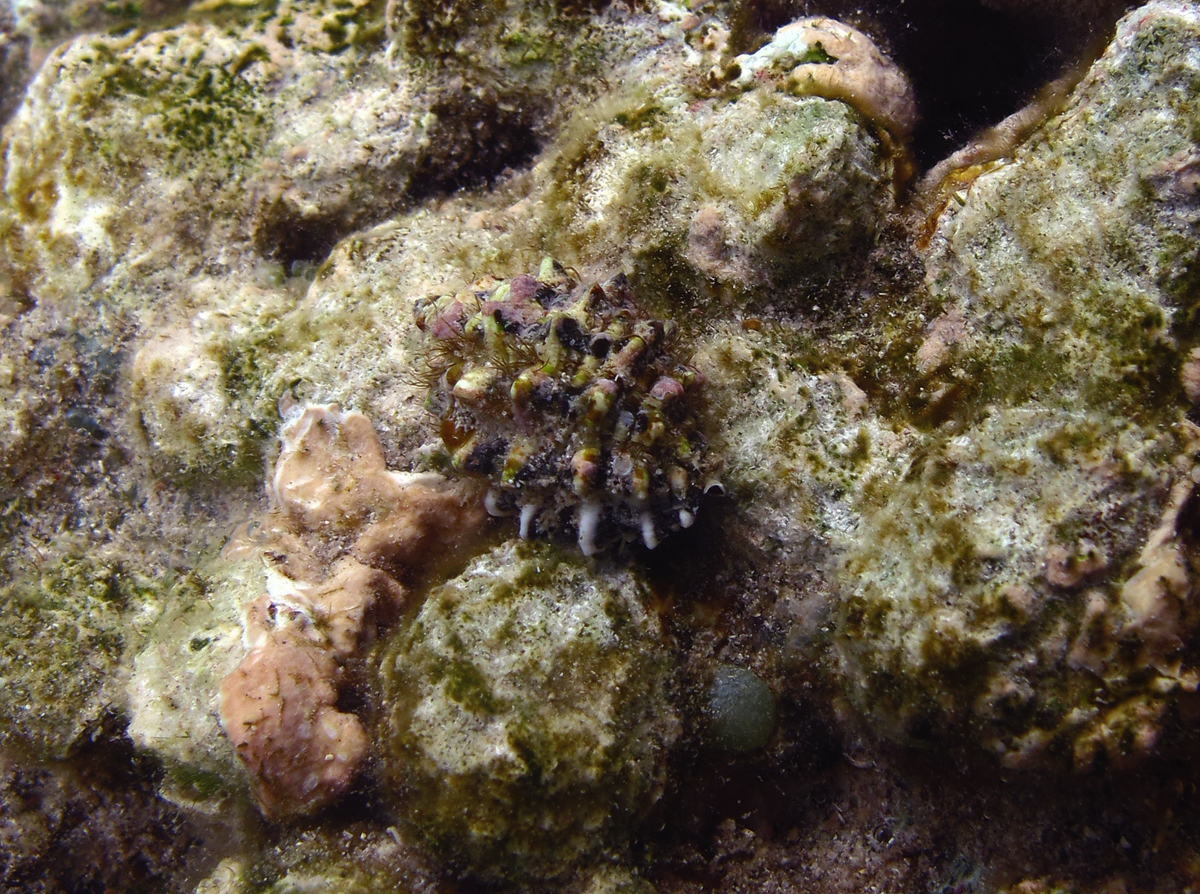
Thalessa savignyi?

Autres Neogastropoda

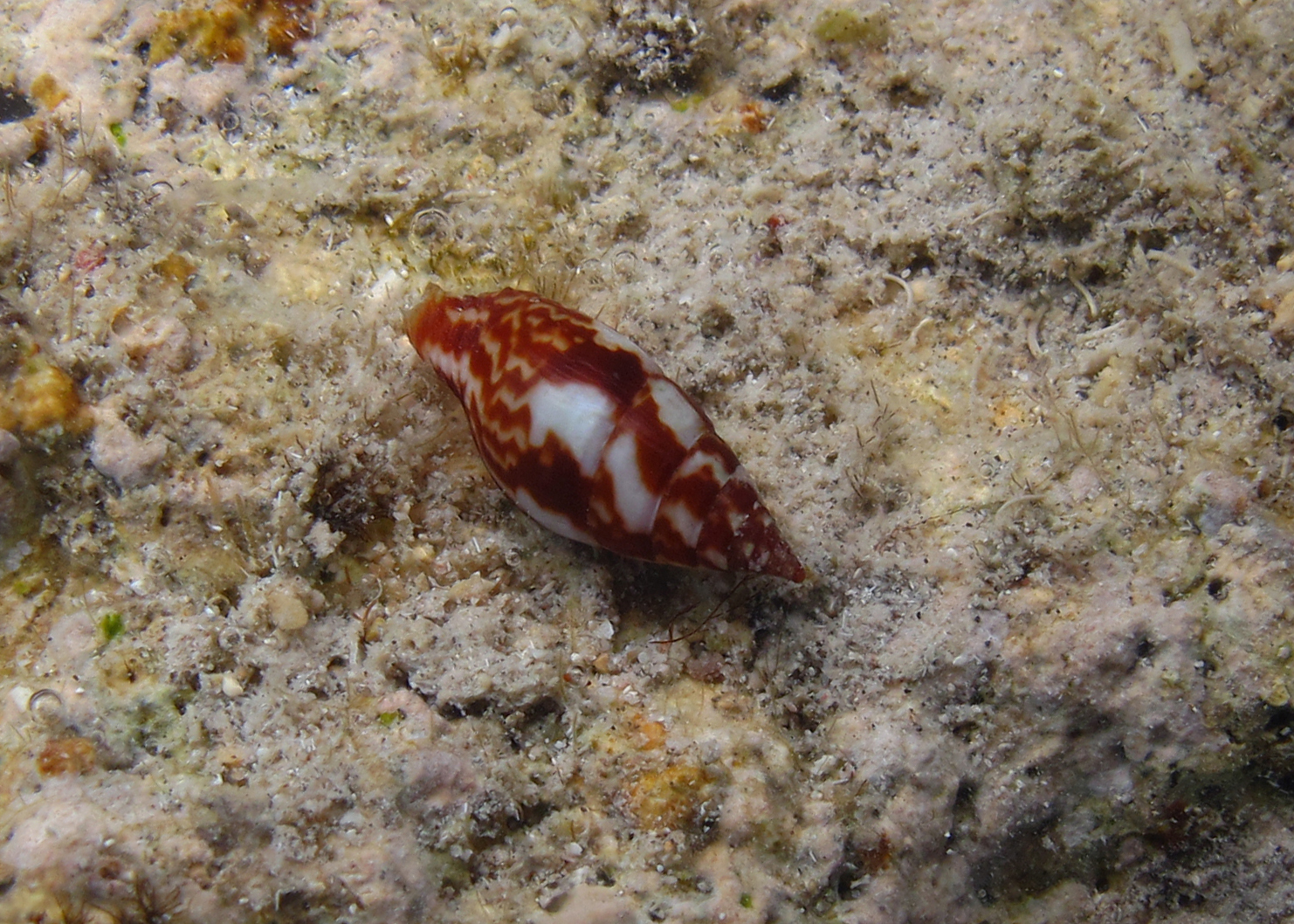
Pyrene flava
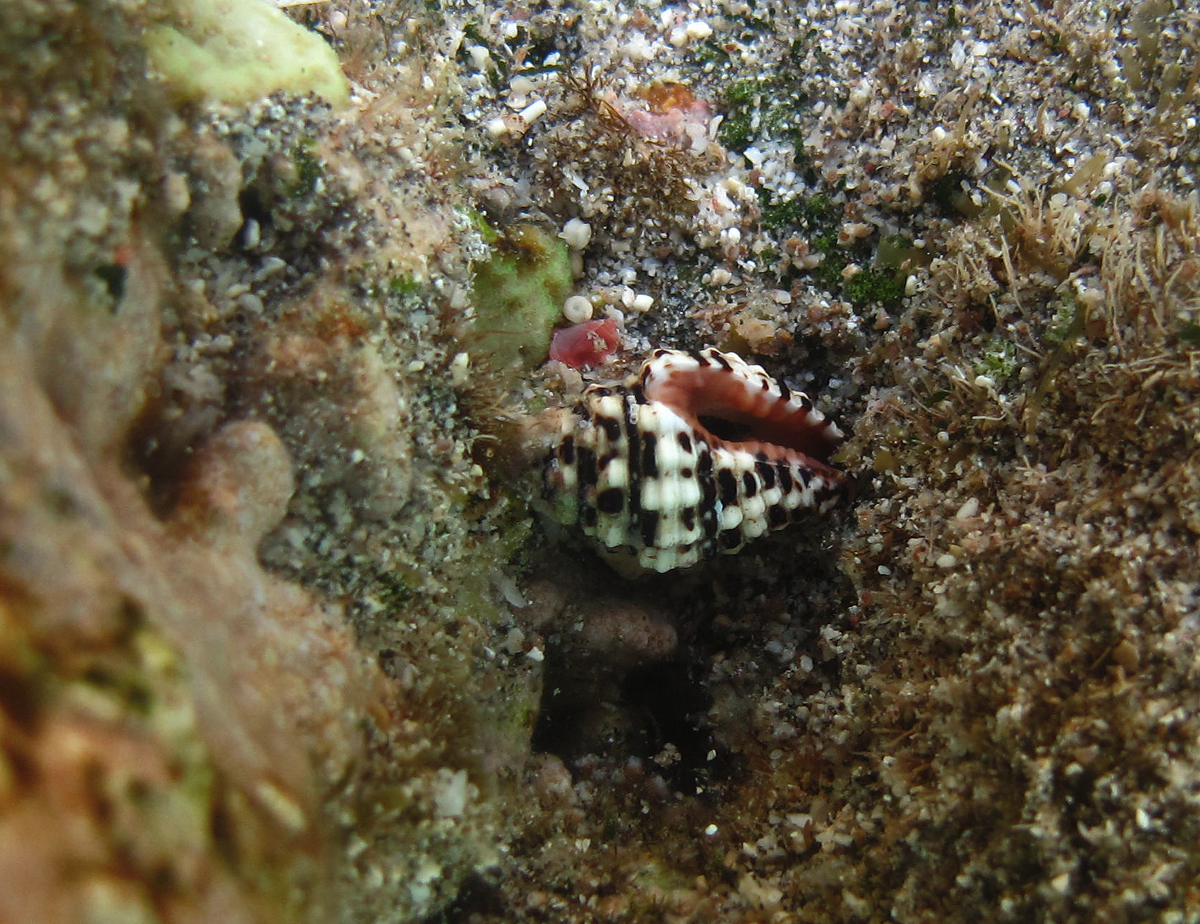
Engina bonasia (rare)
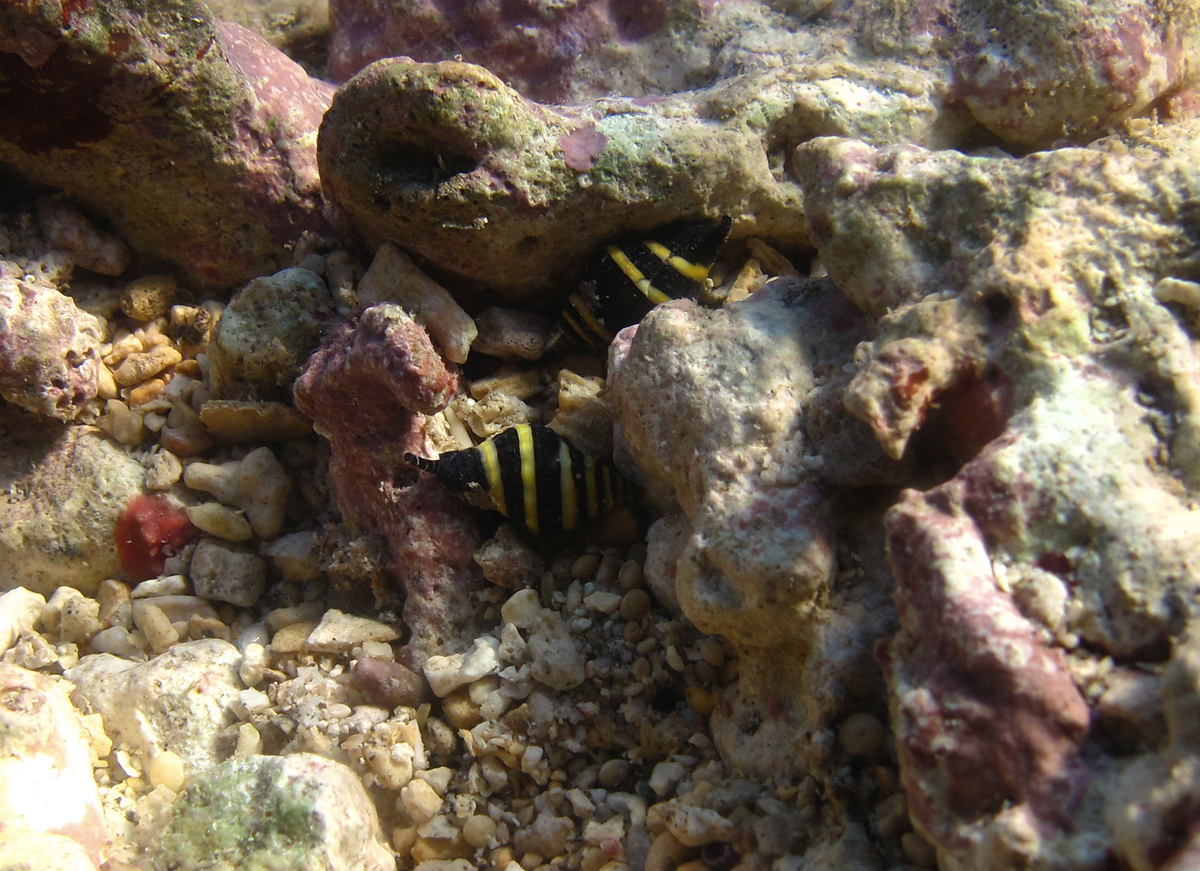
Engina mendicaria
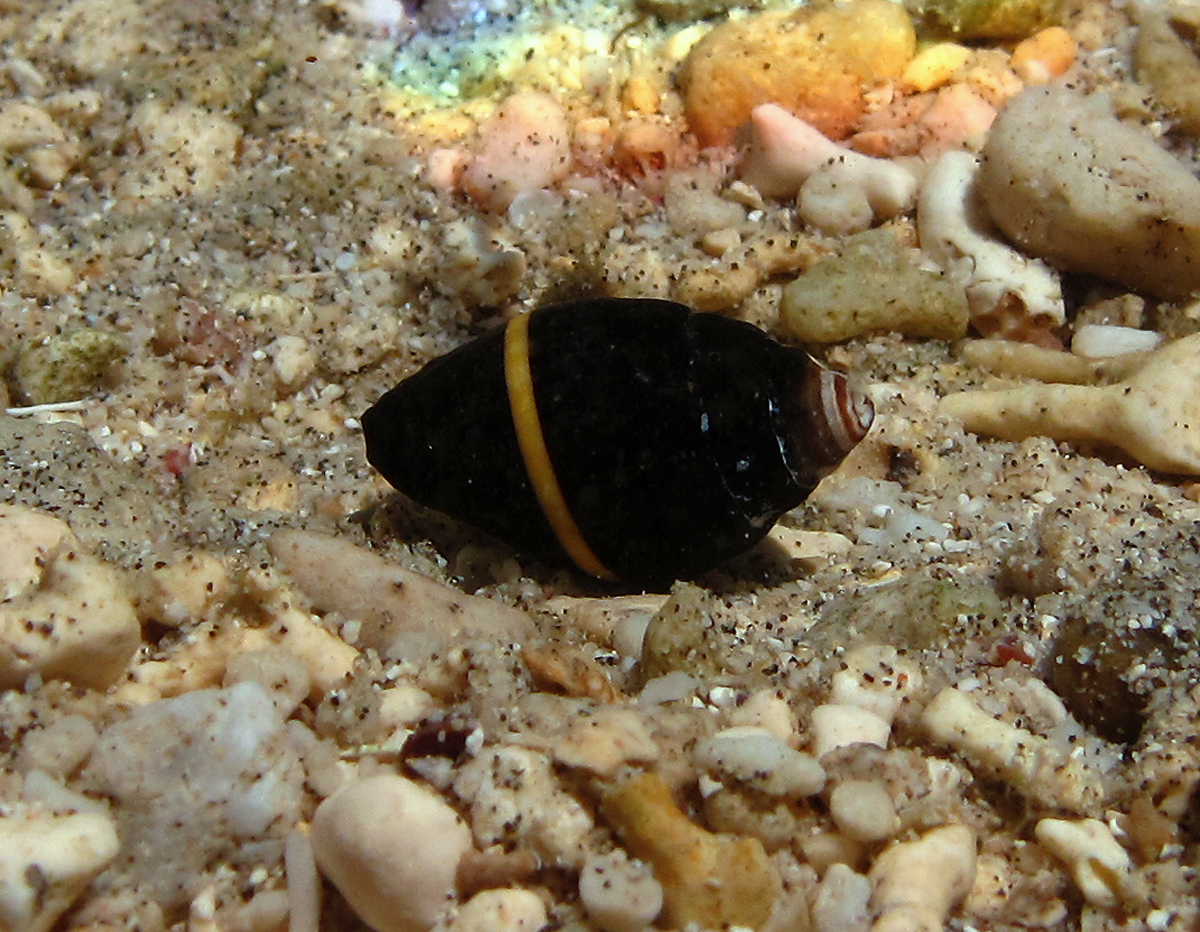
Un escargot abeille (Engina mendicaria unilineata)
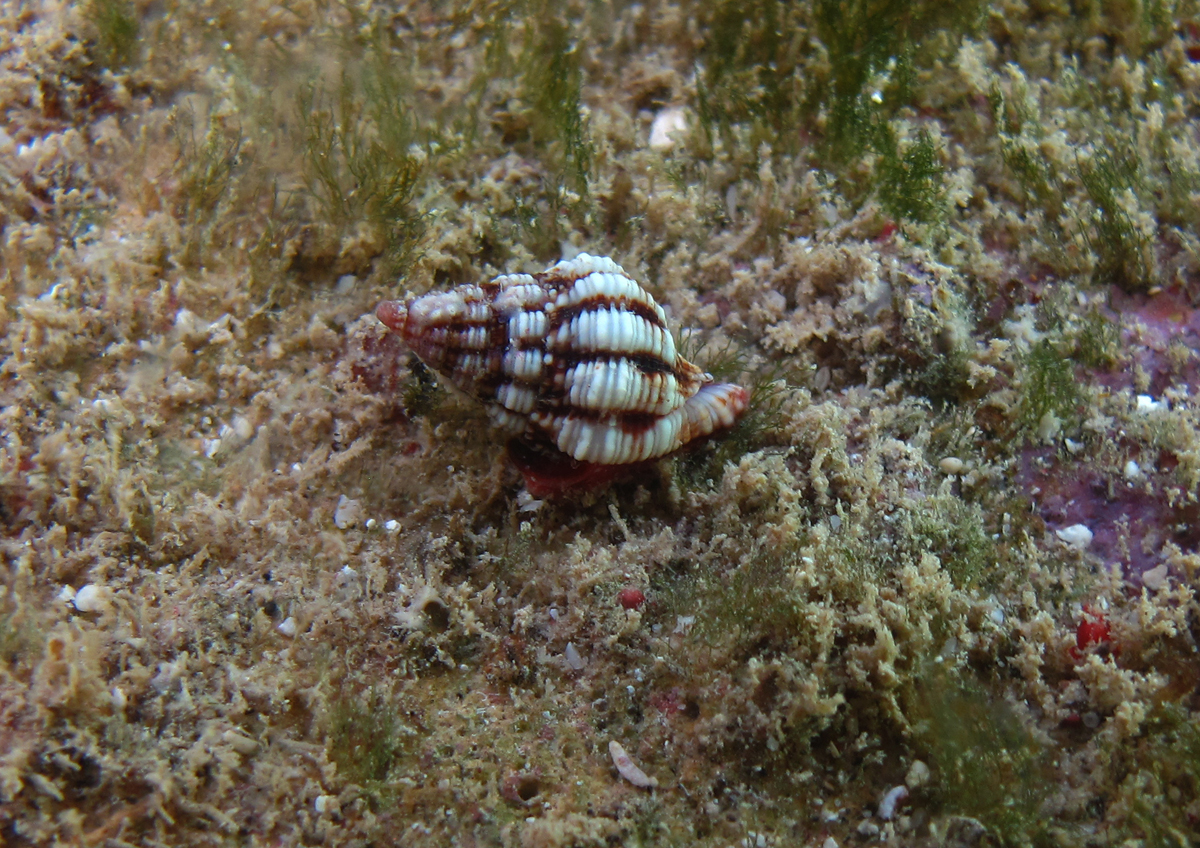
Peristernia forskali juvénile
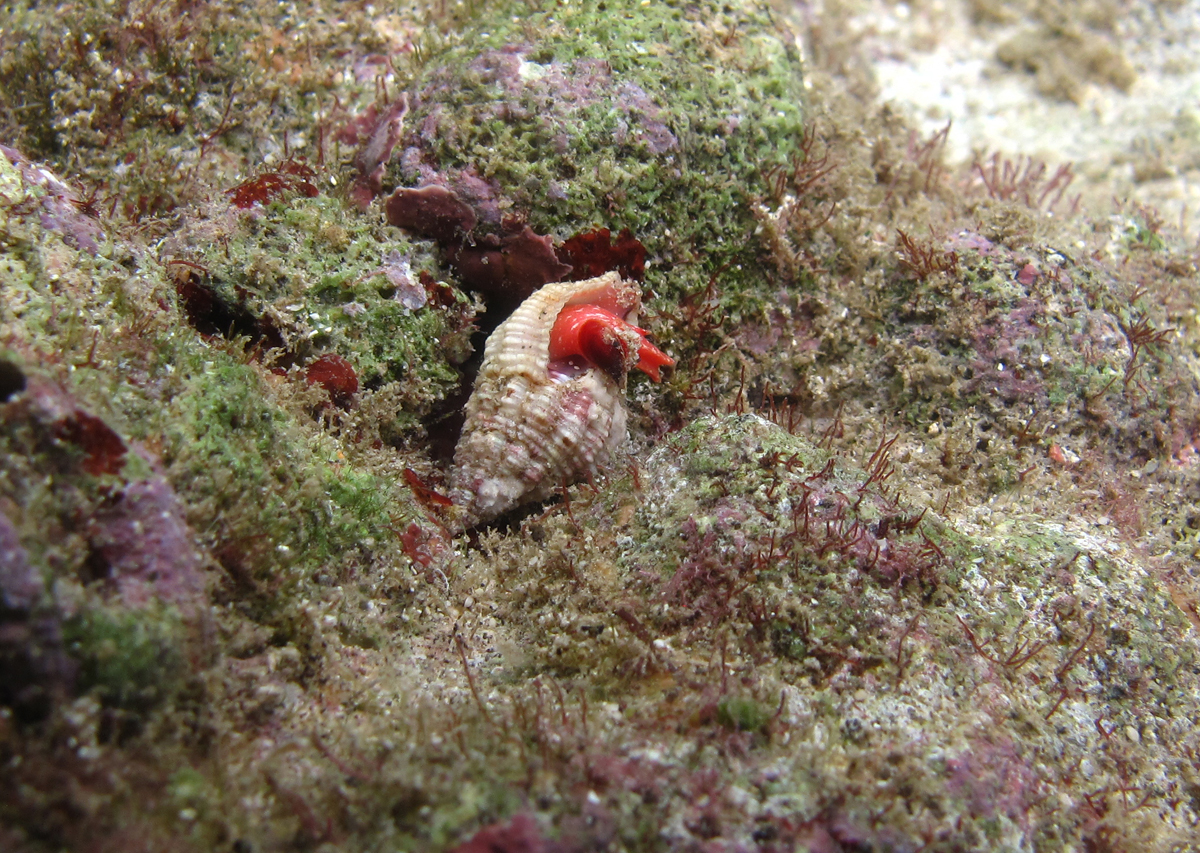
Peristernia nassatula?
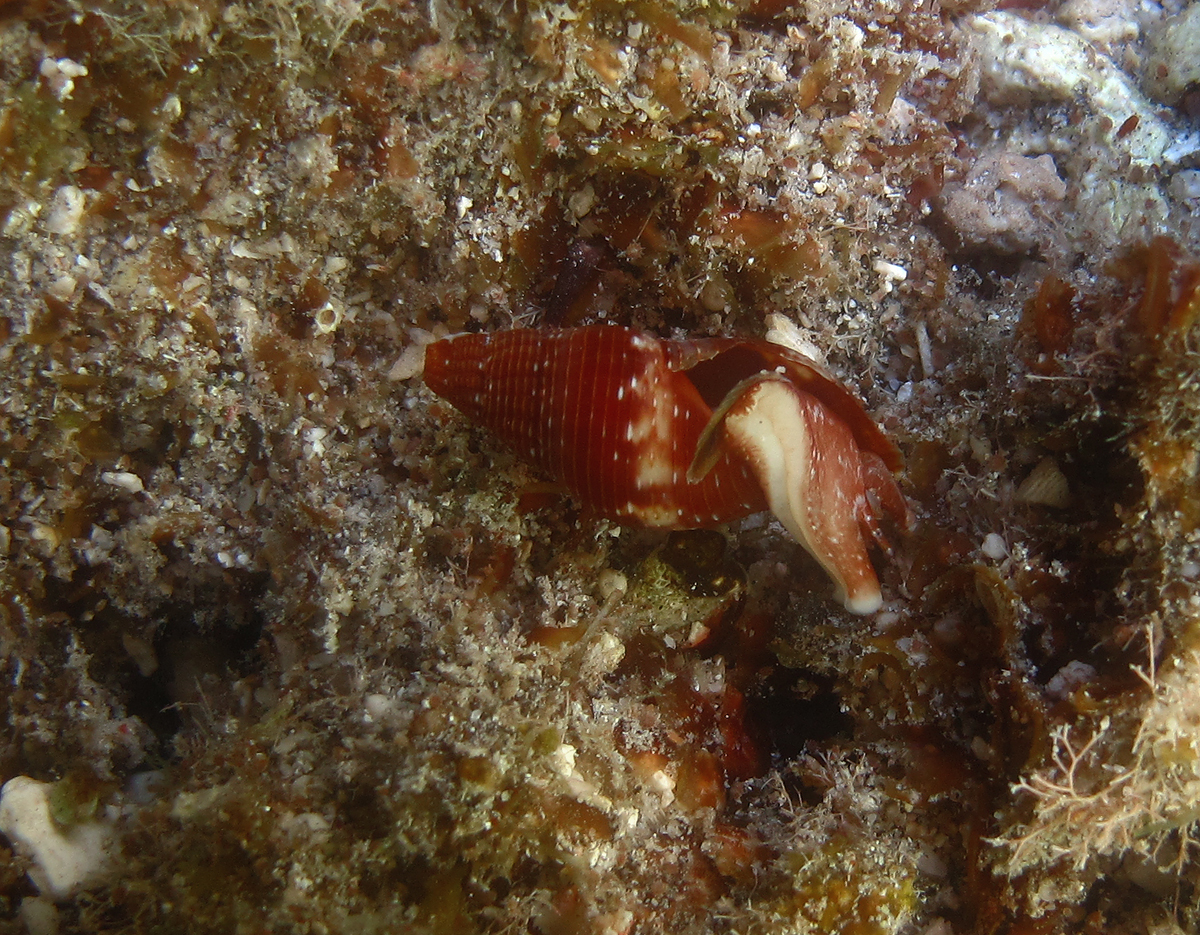
Pisania luctuosa
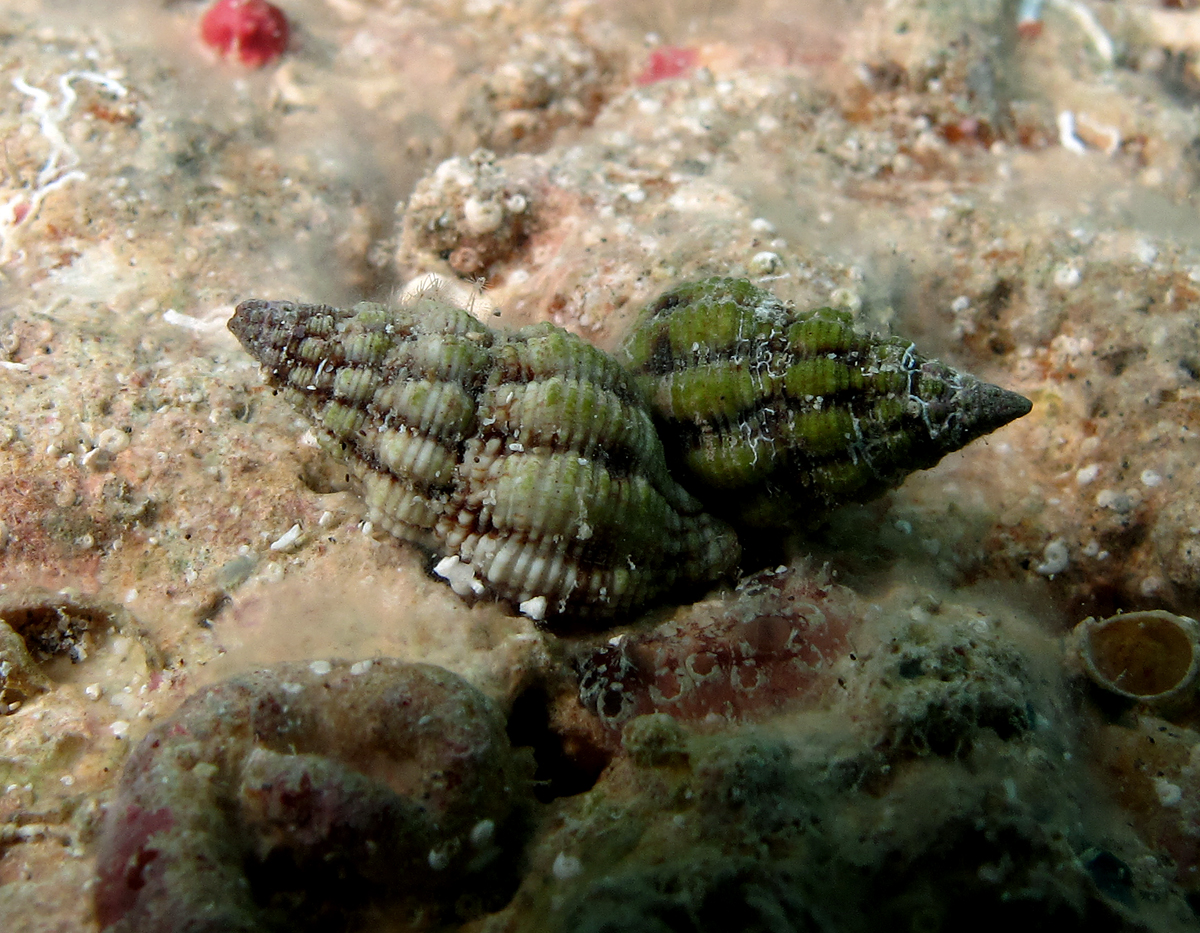
Pollia subrubiginosa
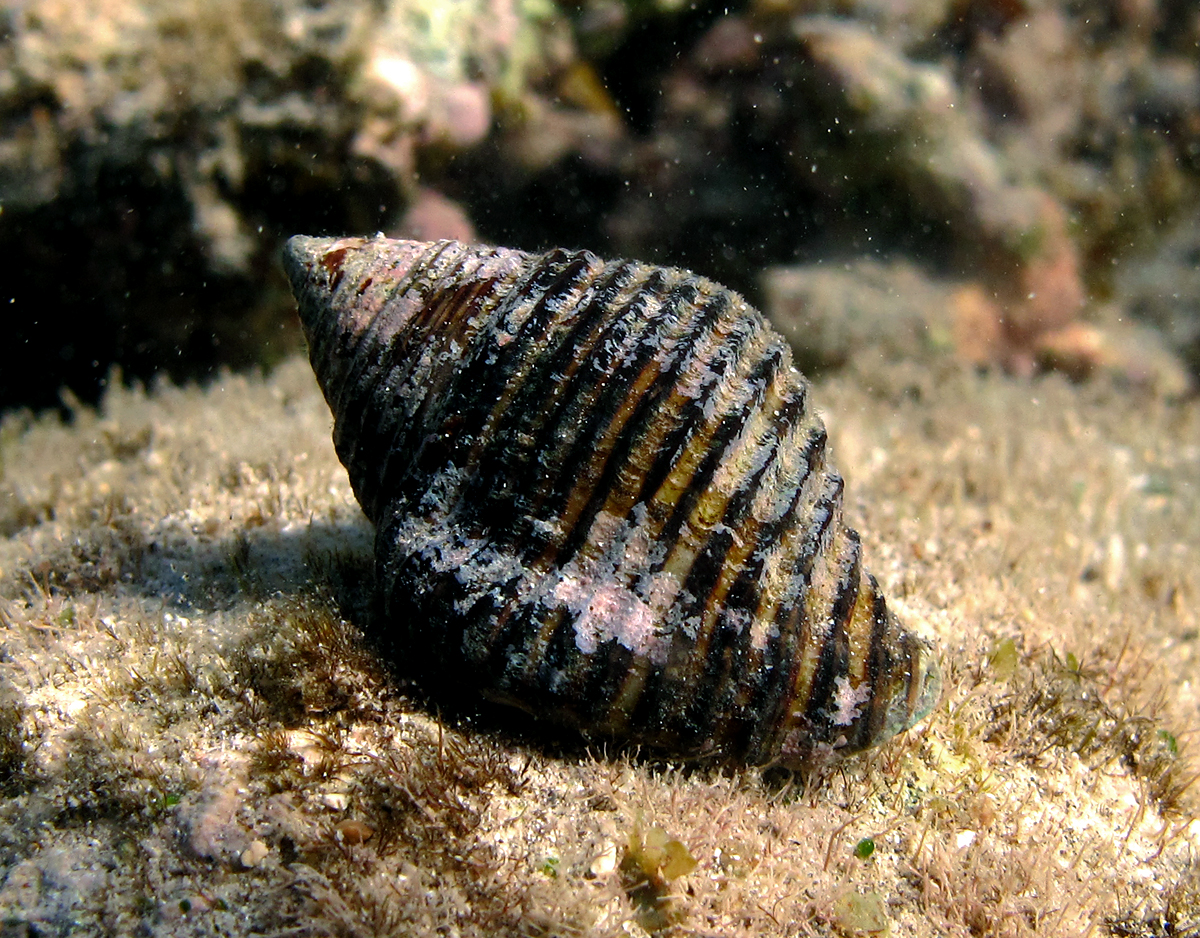
Pollia undosa
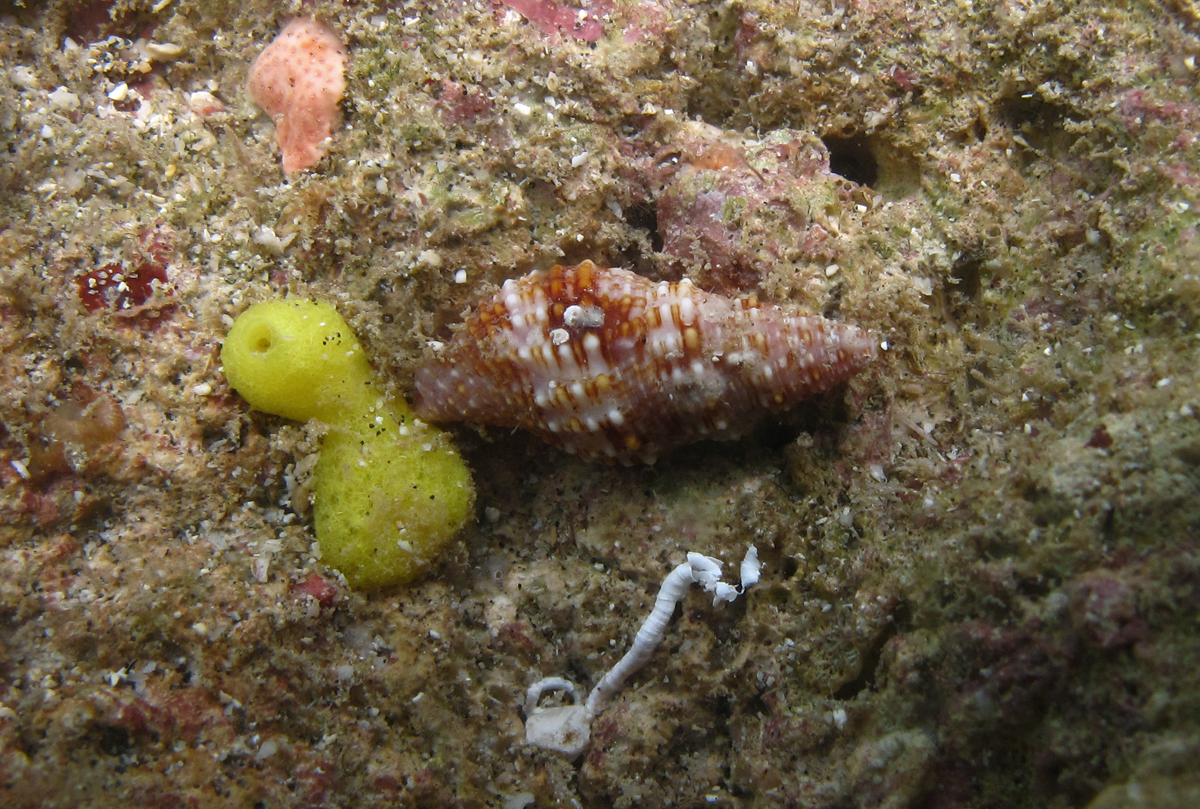
Prodotia iostoma
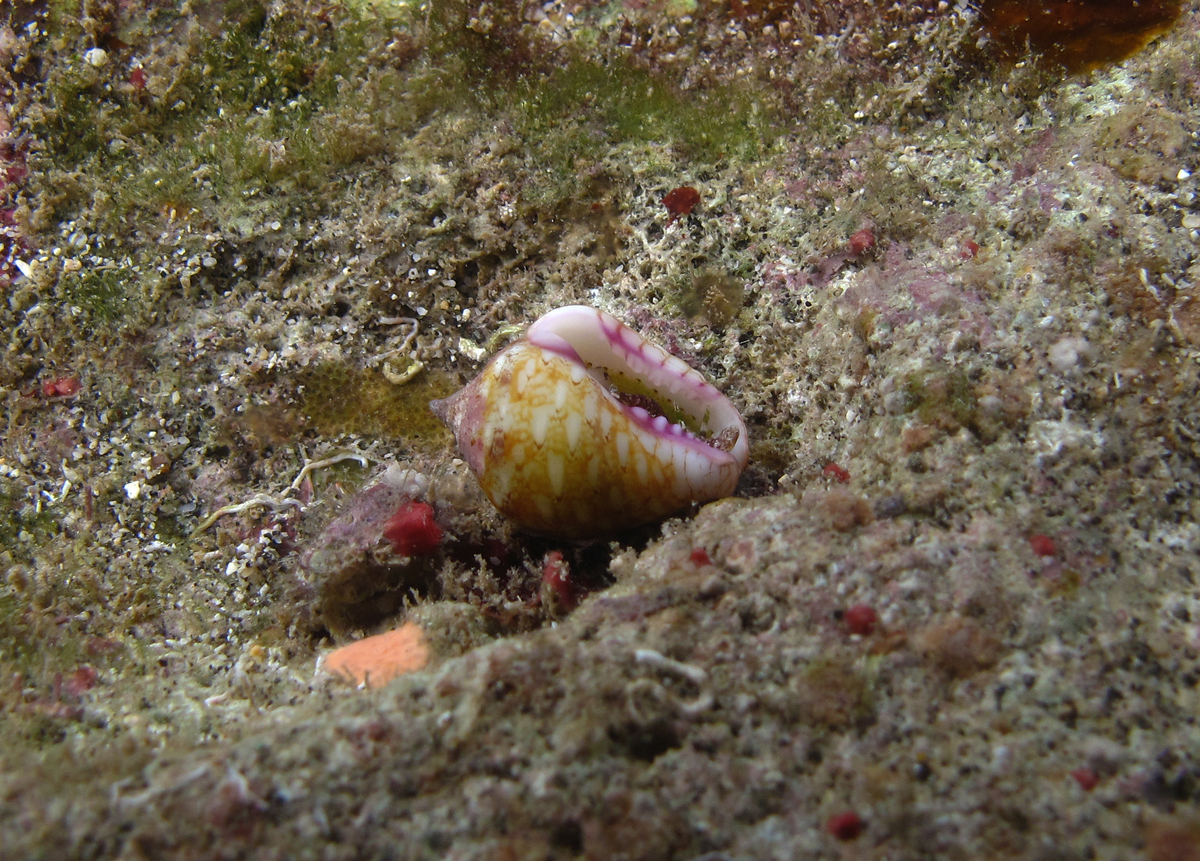
Euplica turturina
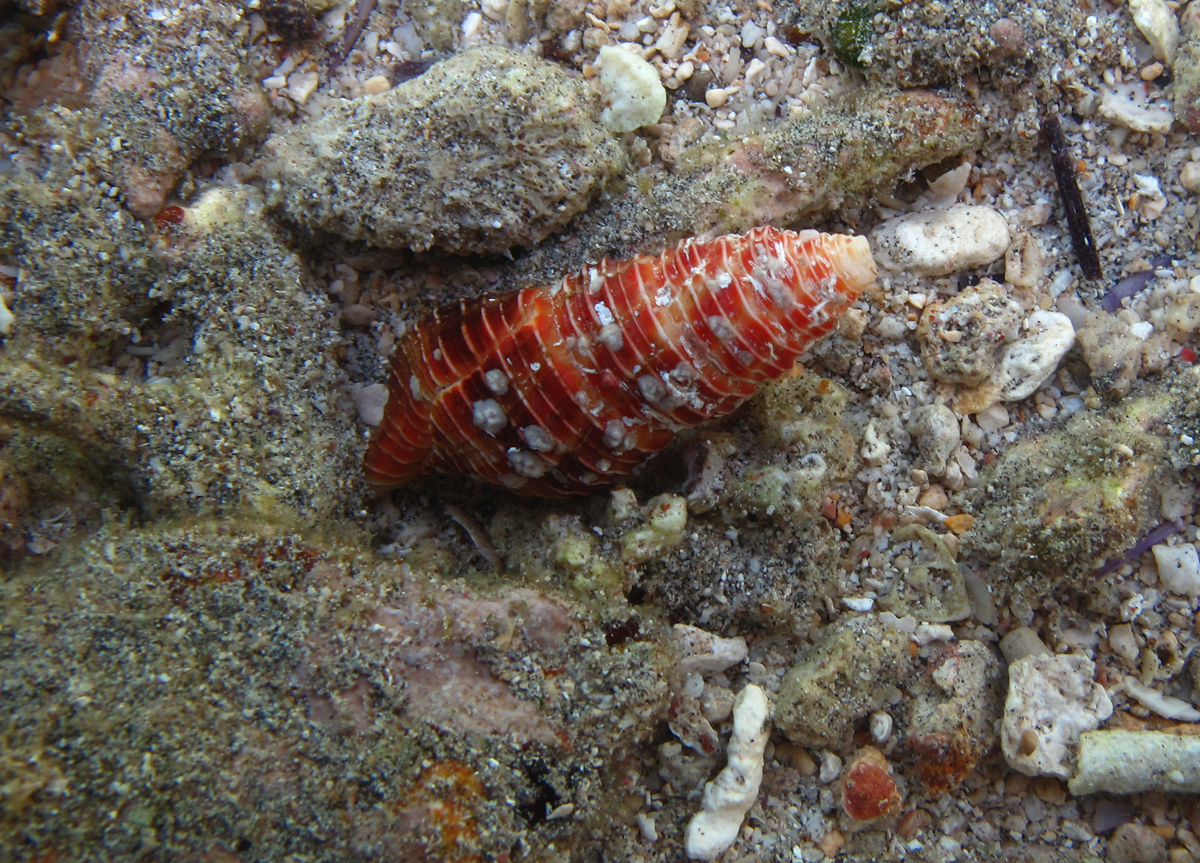
Turrilatirus craticulatus
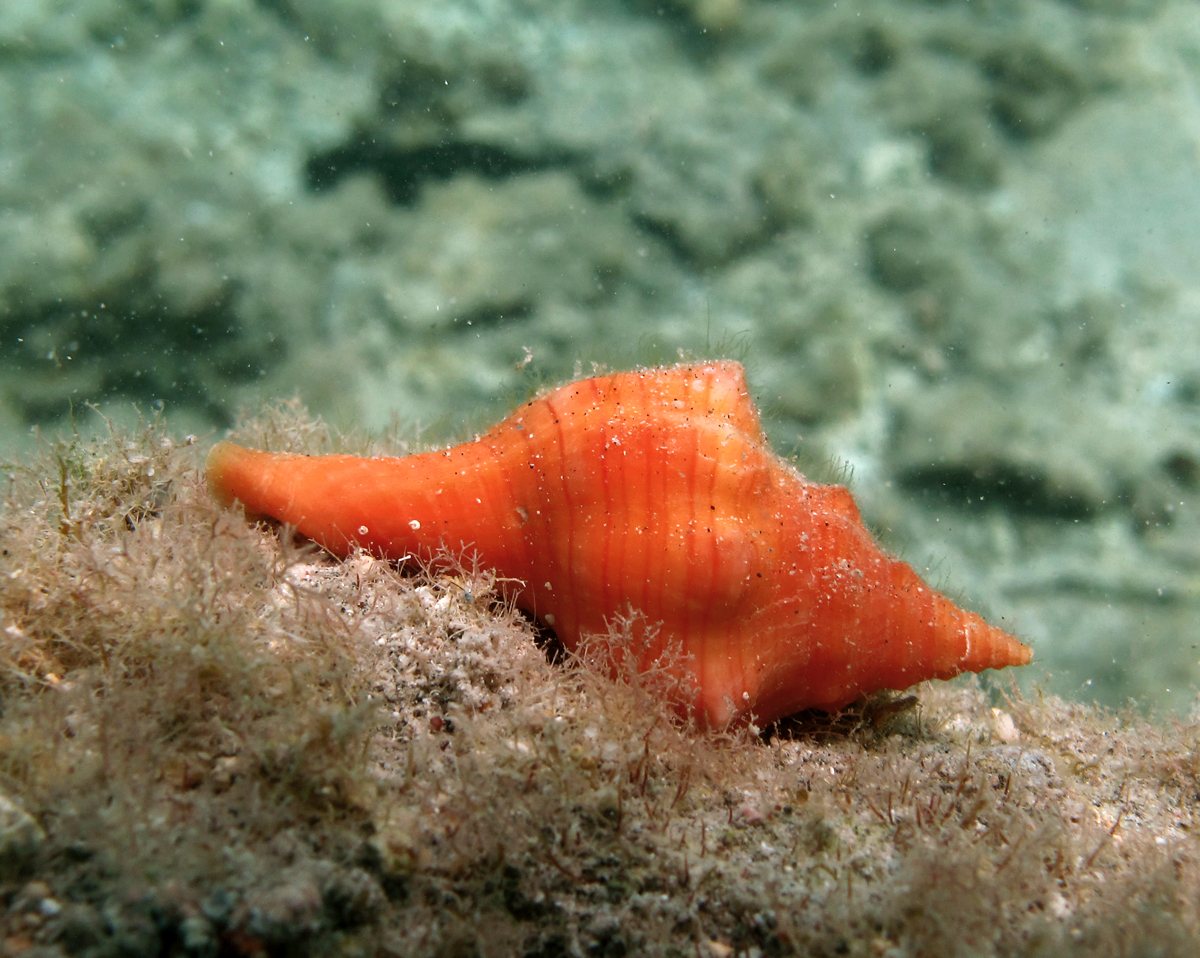
Une Fasciolariidae non identifiée (possible variation de Pleuroploca trapezium)
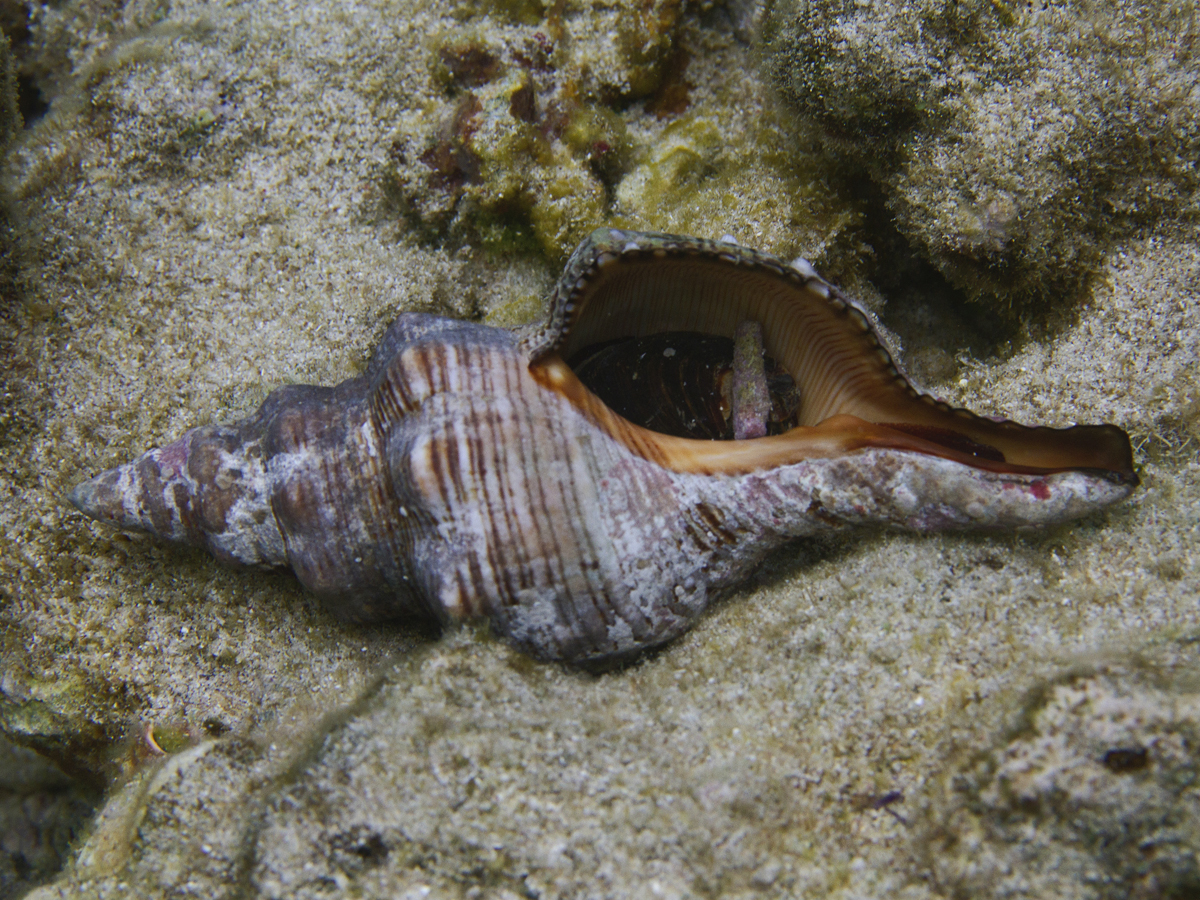
Filifusus filamentosus
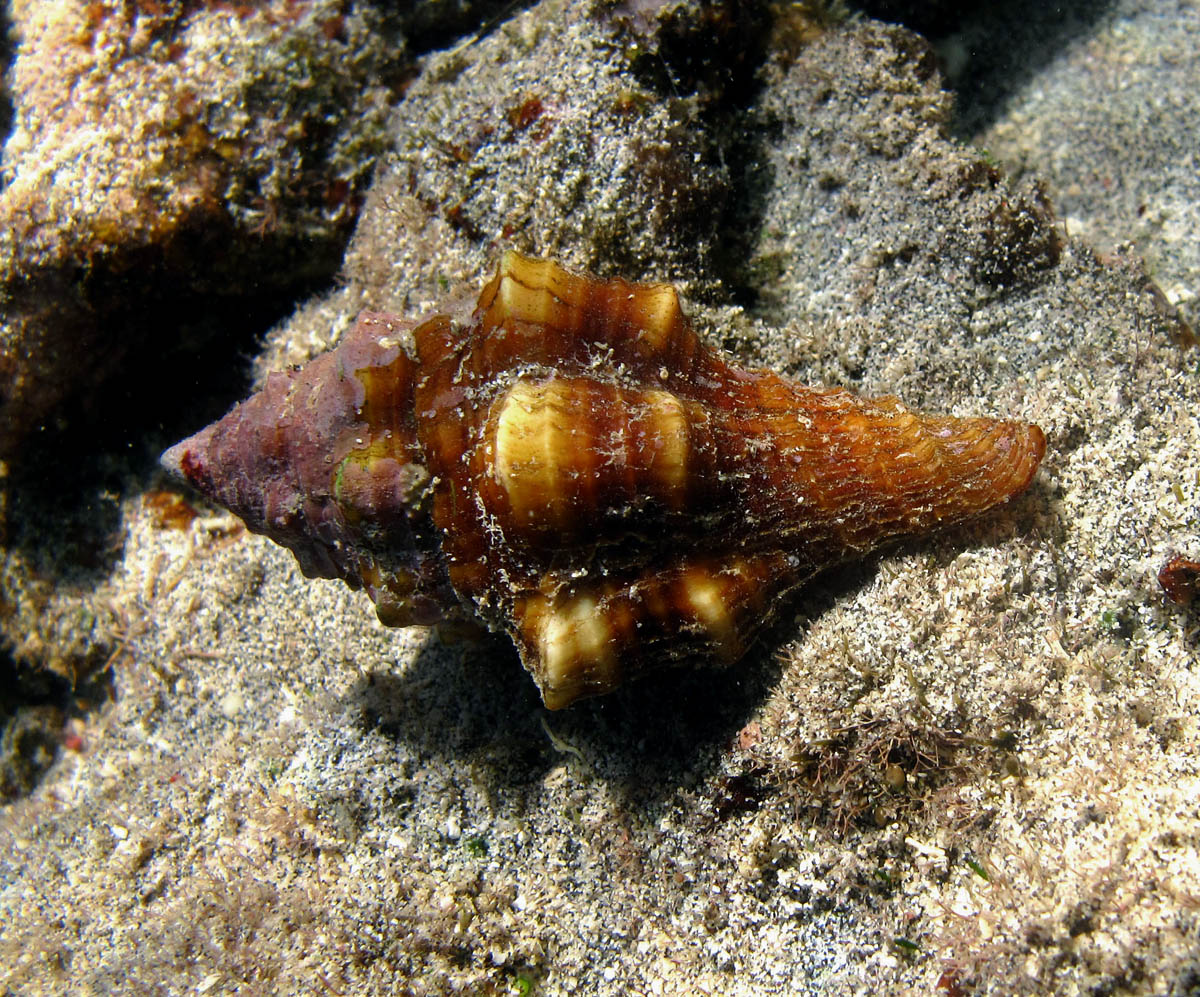
Latirus barclayi?
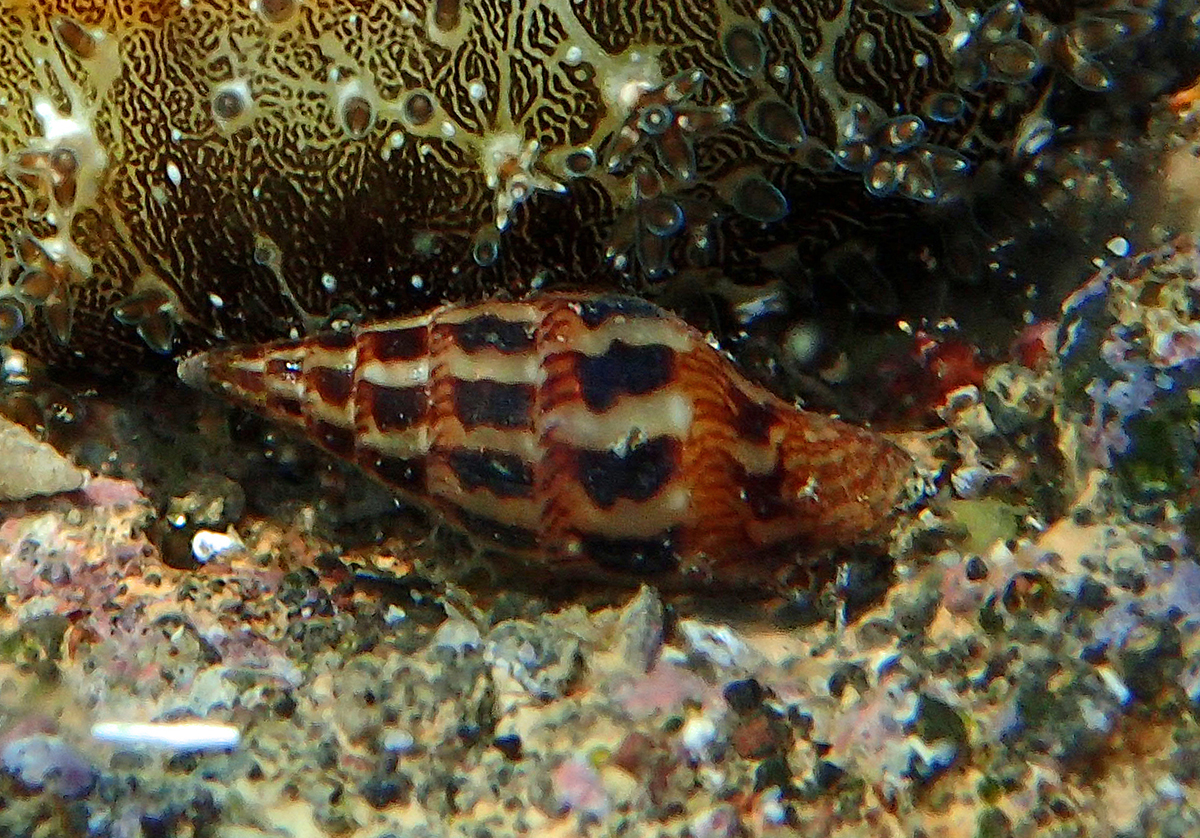
Un gastéropode du genre Mitrella
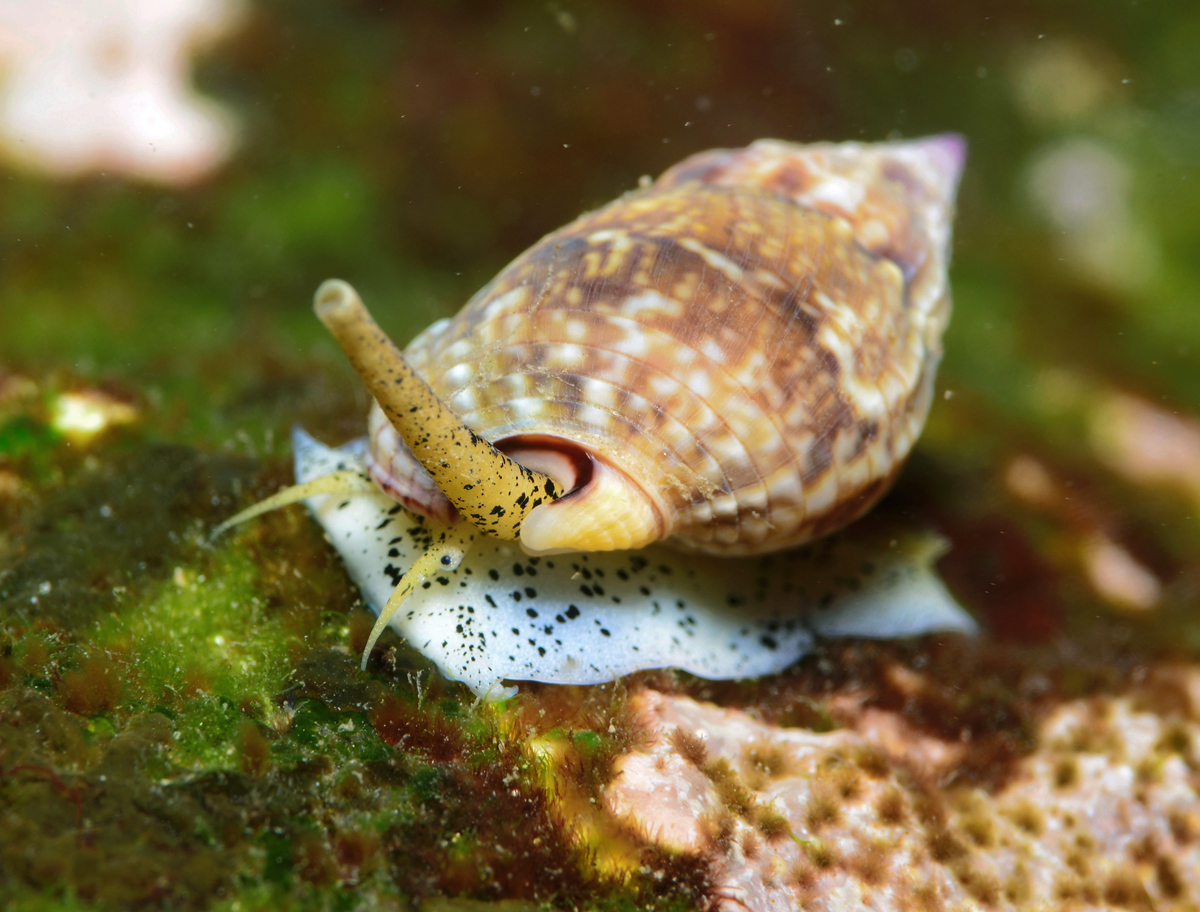
Nassarius gaudiosus
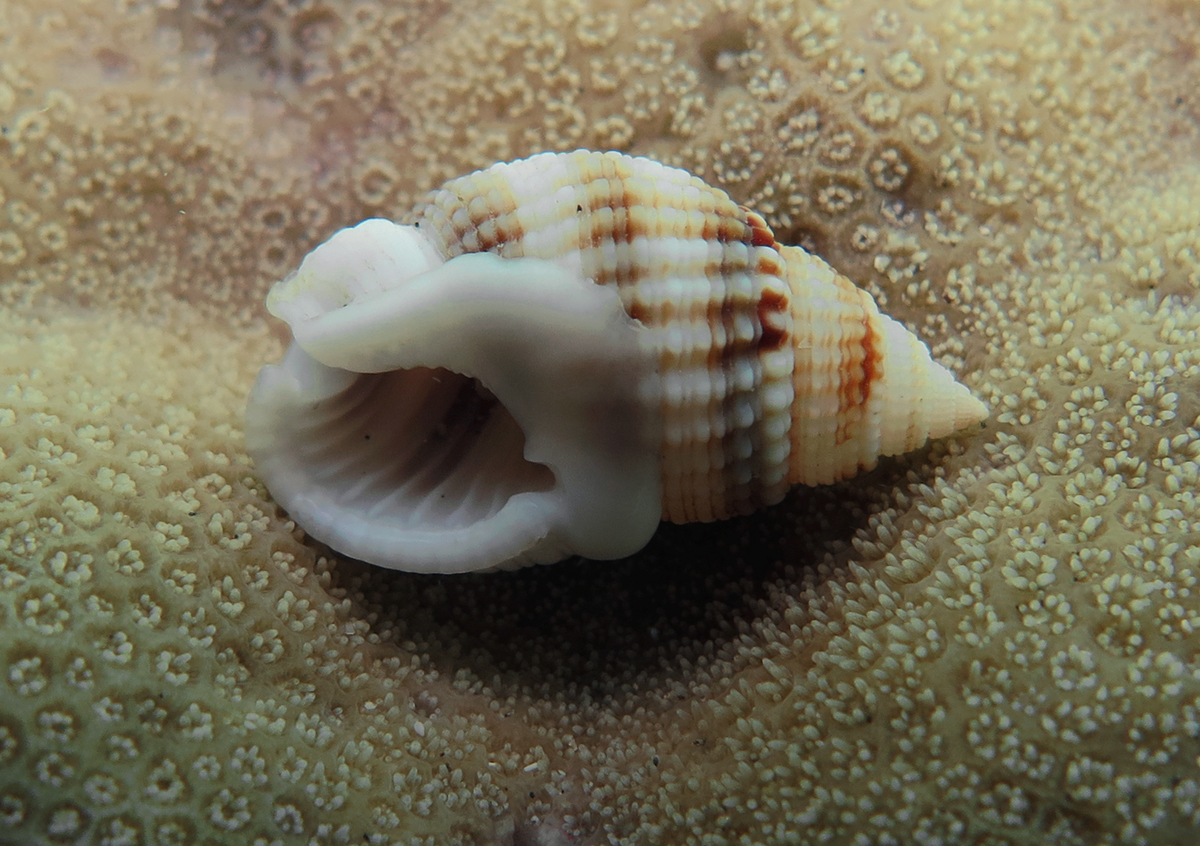
Nassarius gemmuliferus
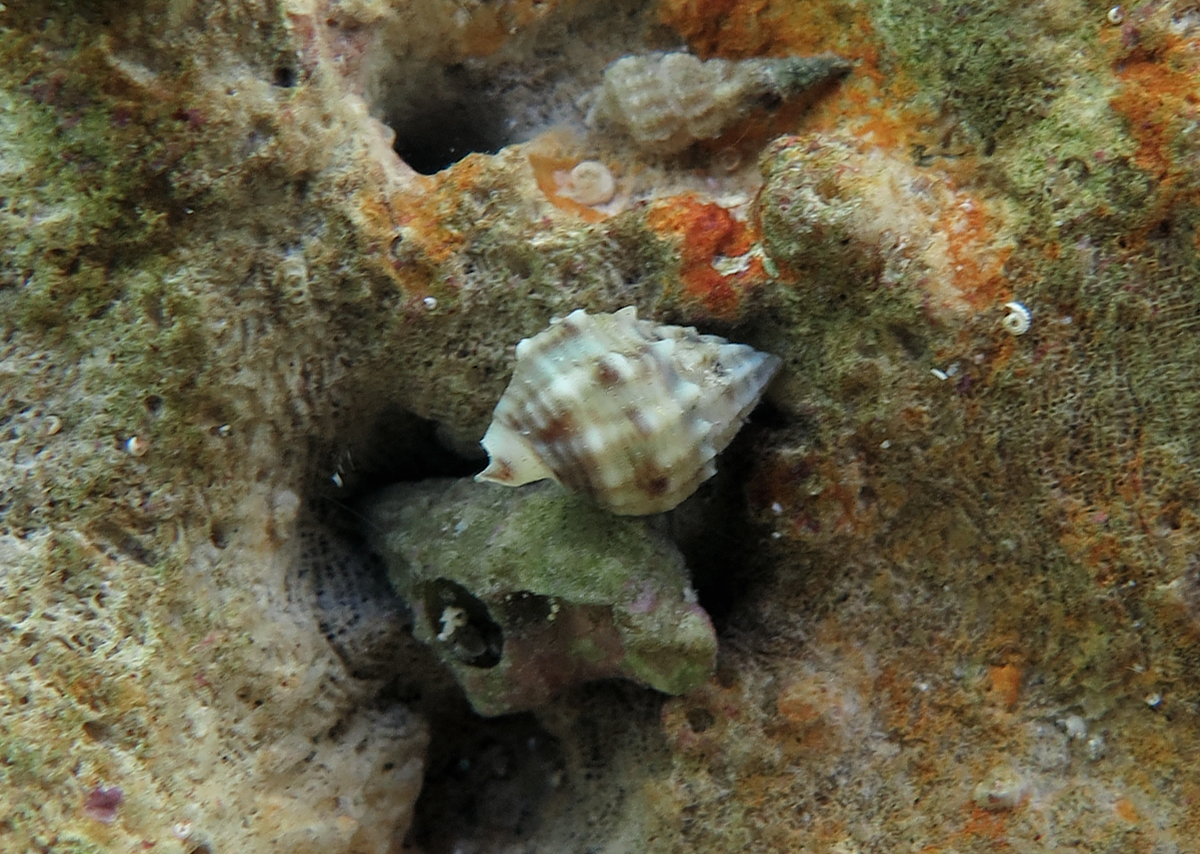
Nassarius horrida
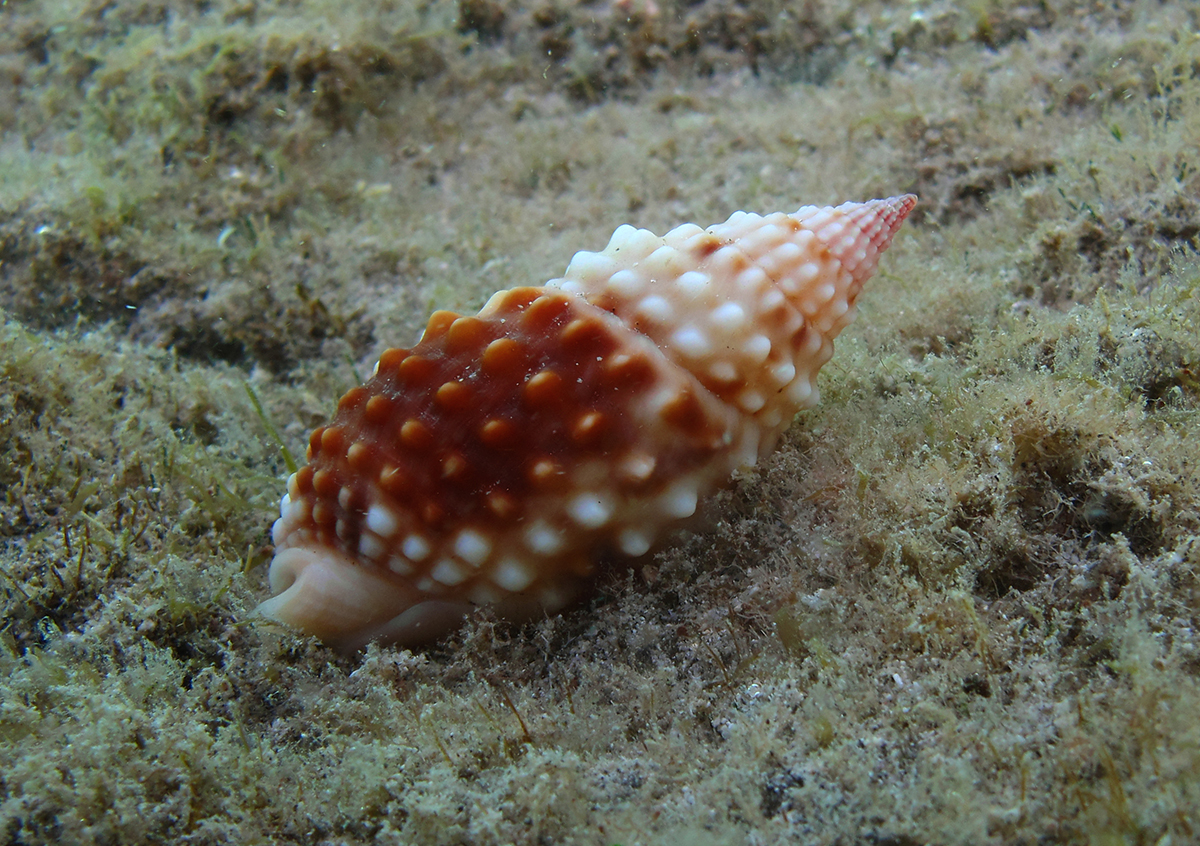
Nassarius (Alectrion) papillosus
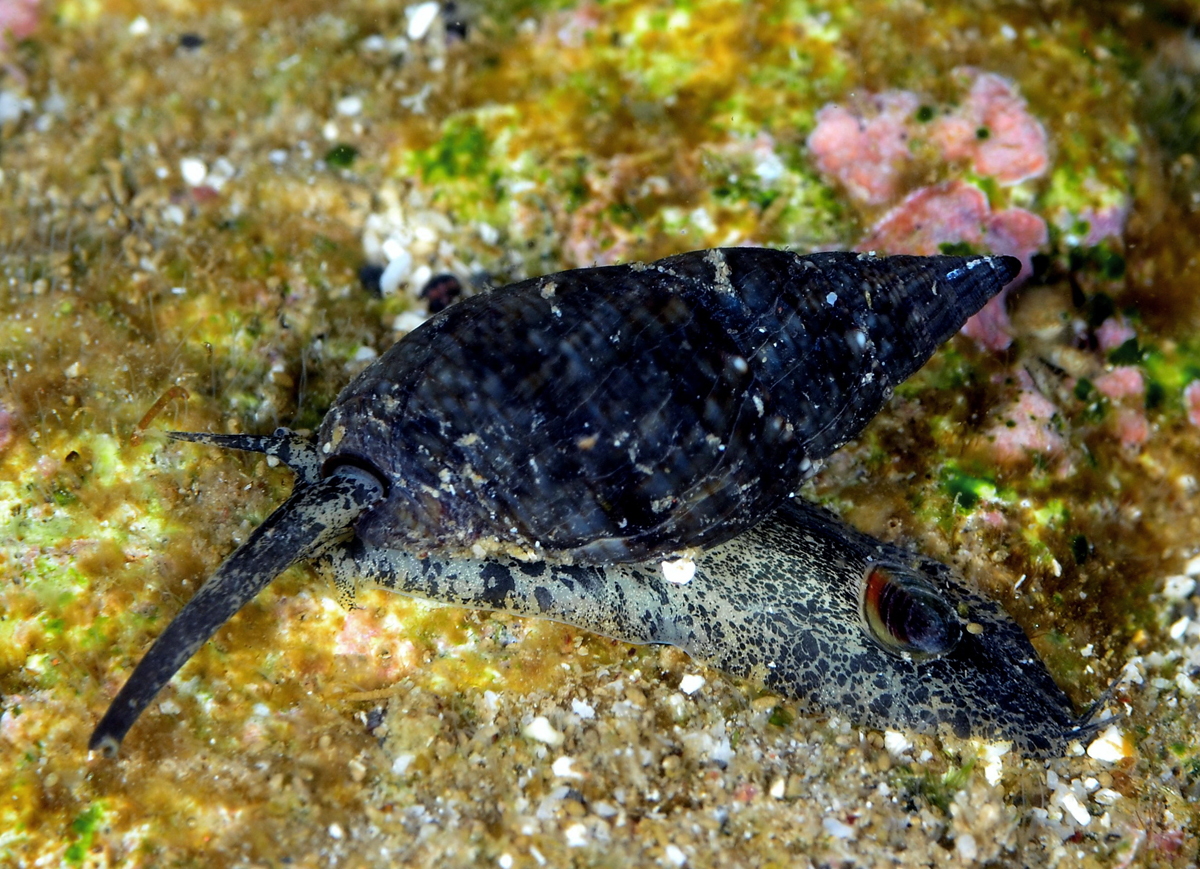
Nassarius reeveatus
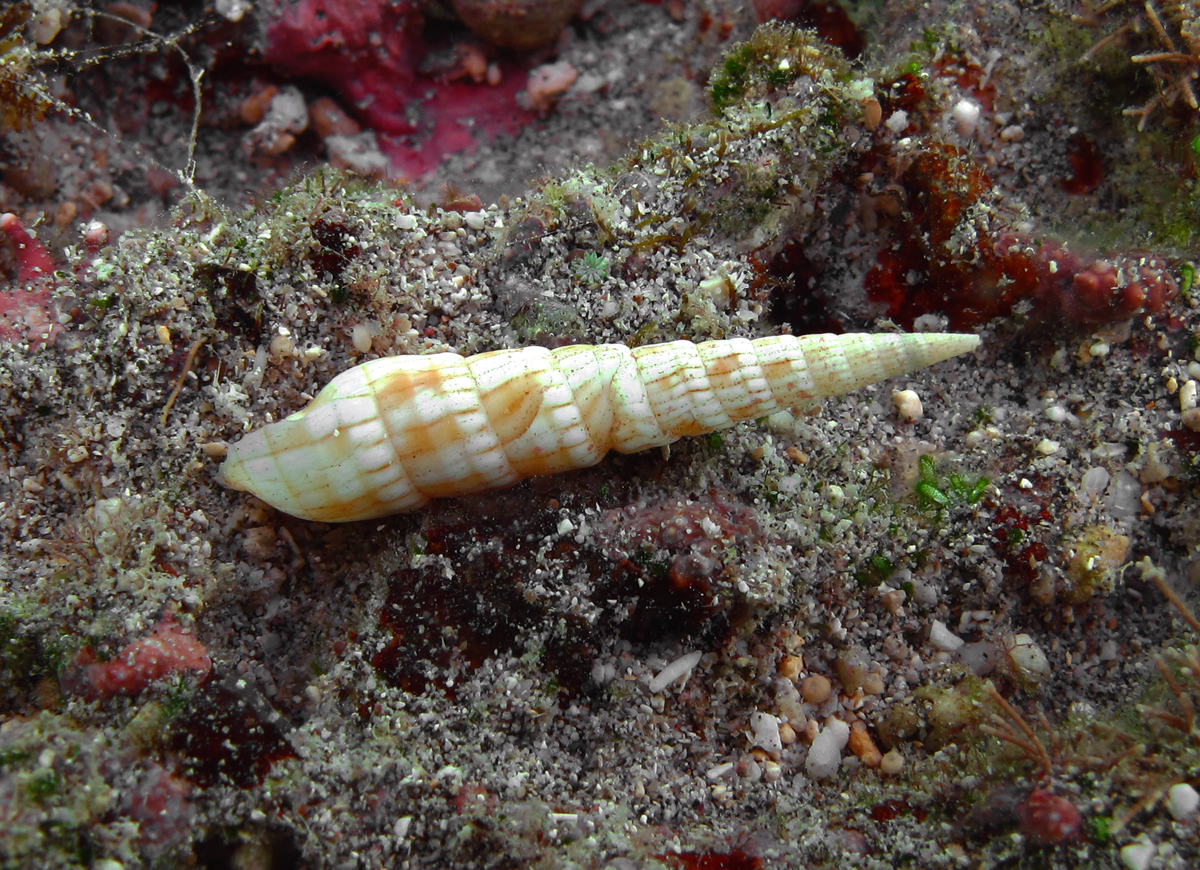
Myurella affinis
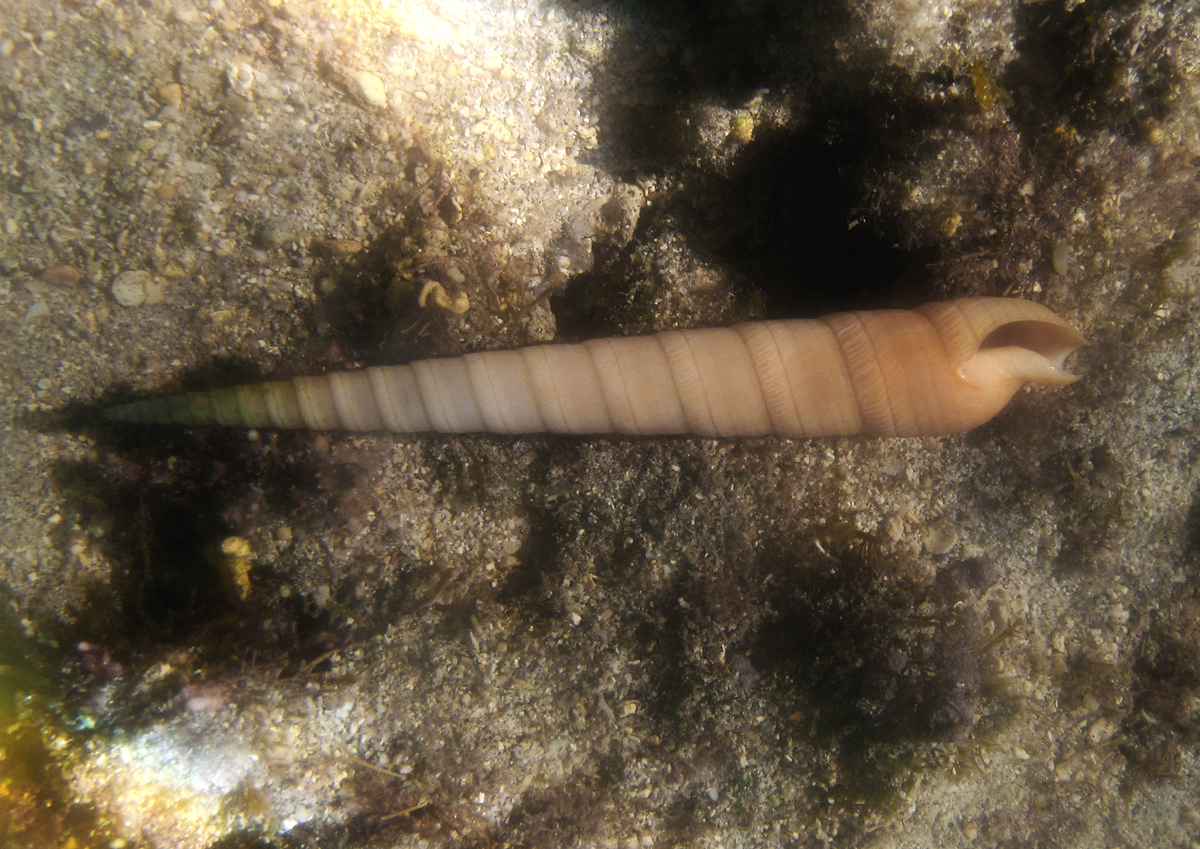
Terebra cingulifera (rare)
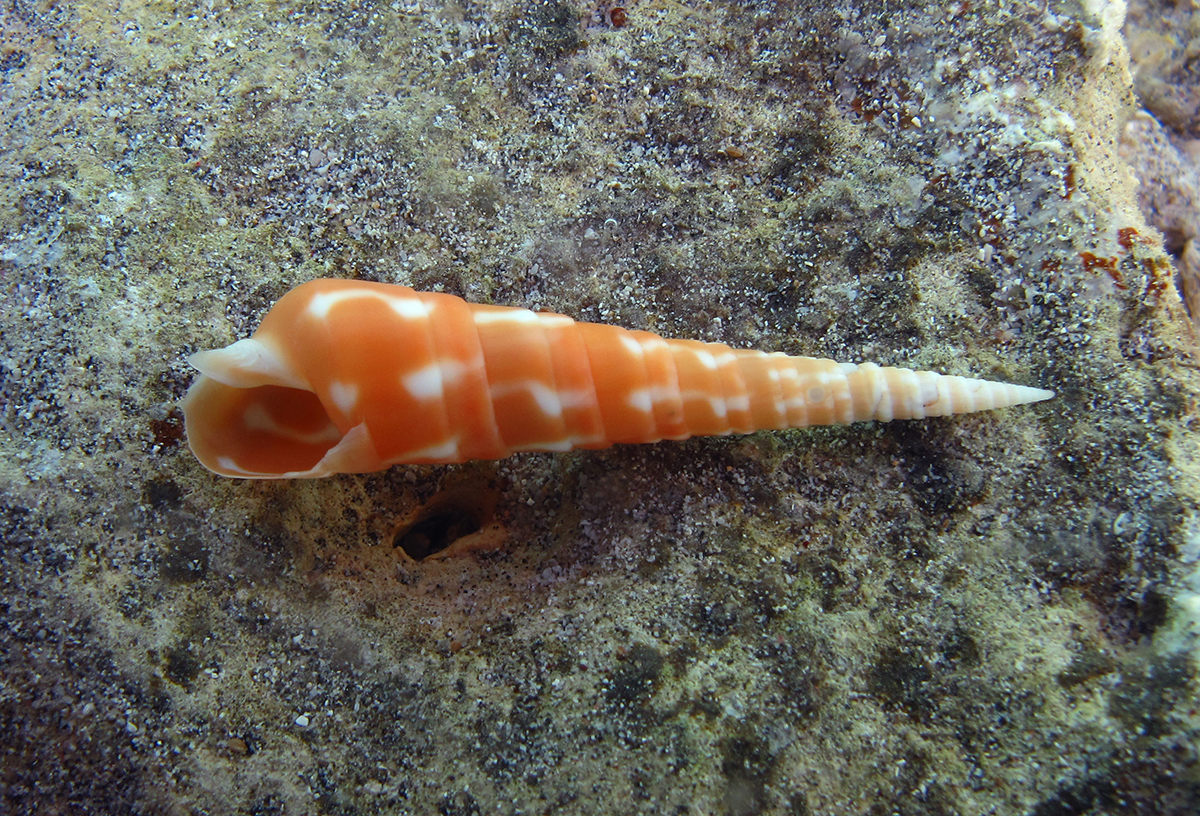
Oxymeris dimidiata
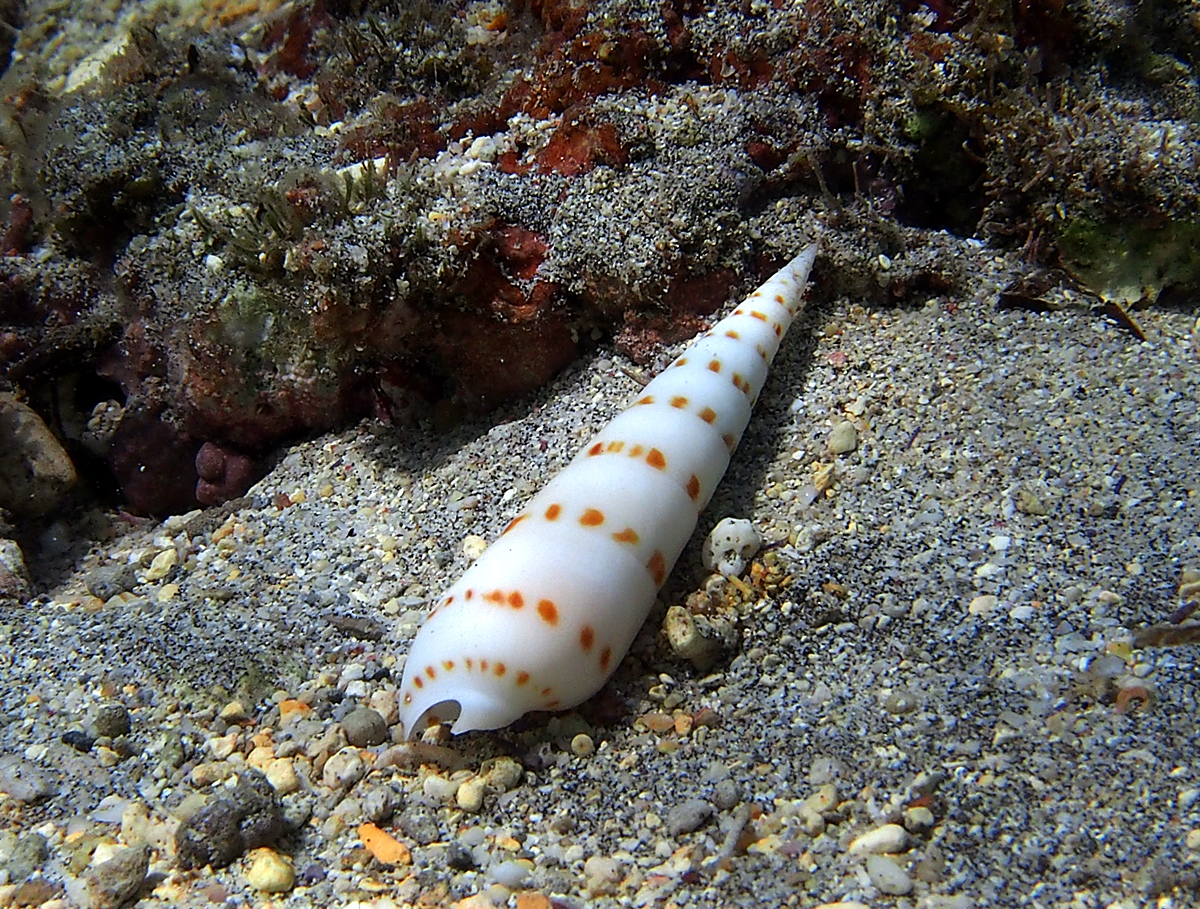
Oxymeris felina
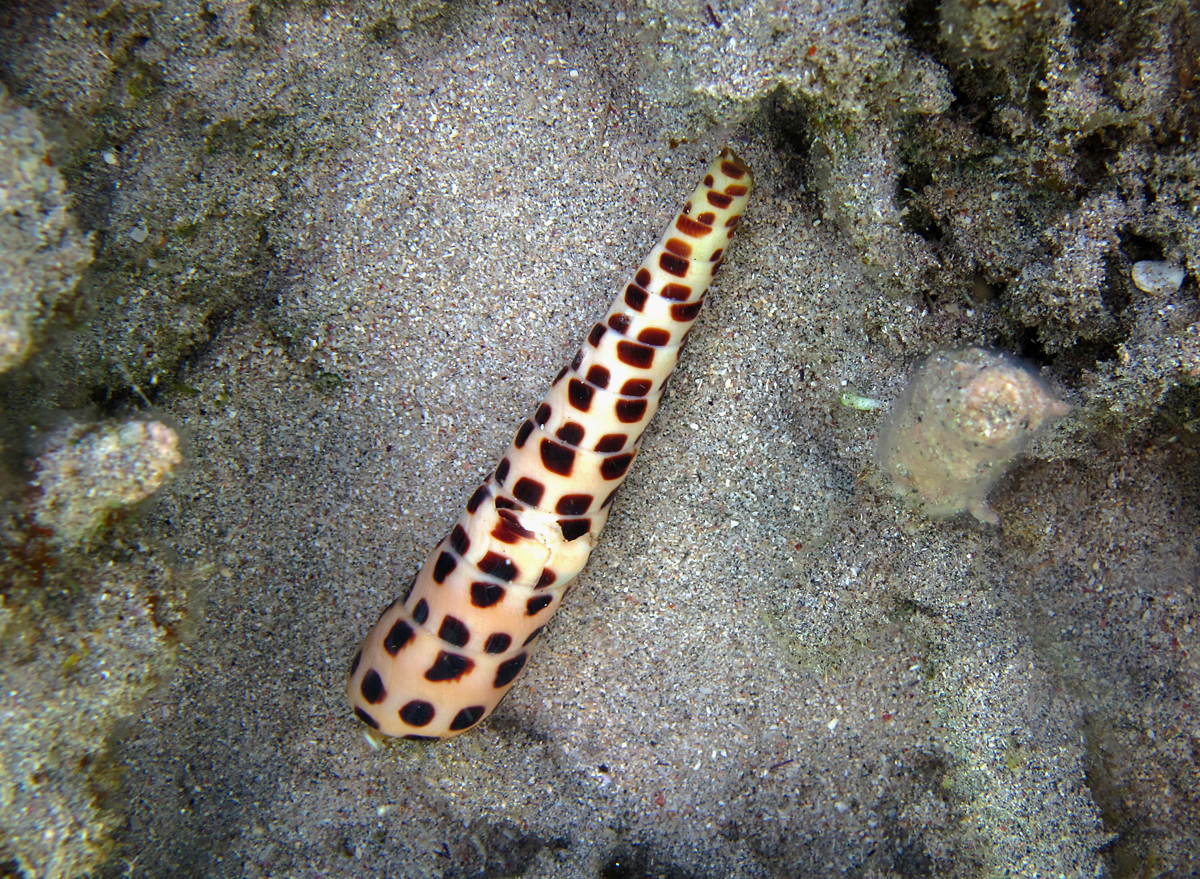
Terebra consobrina
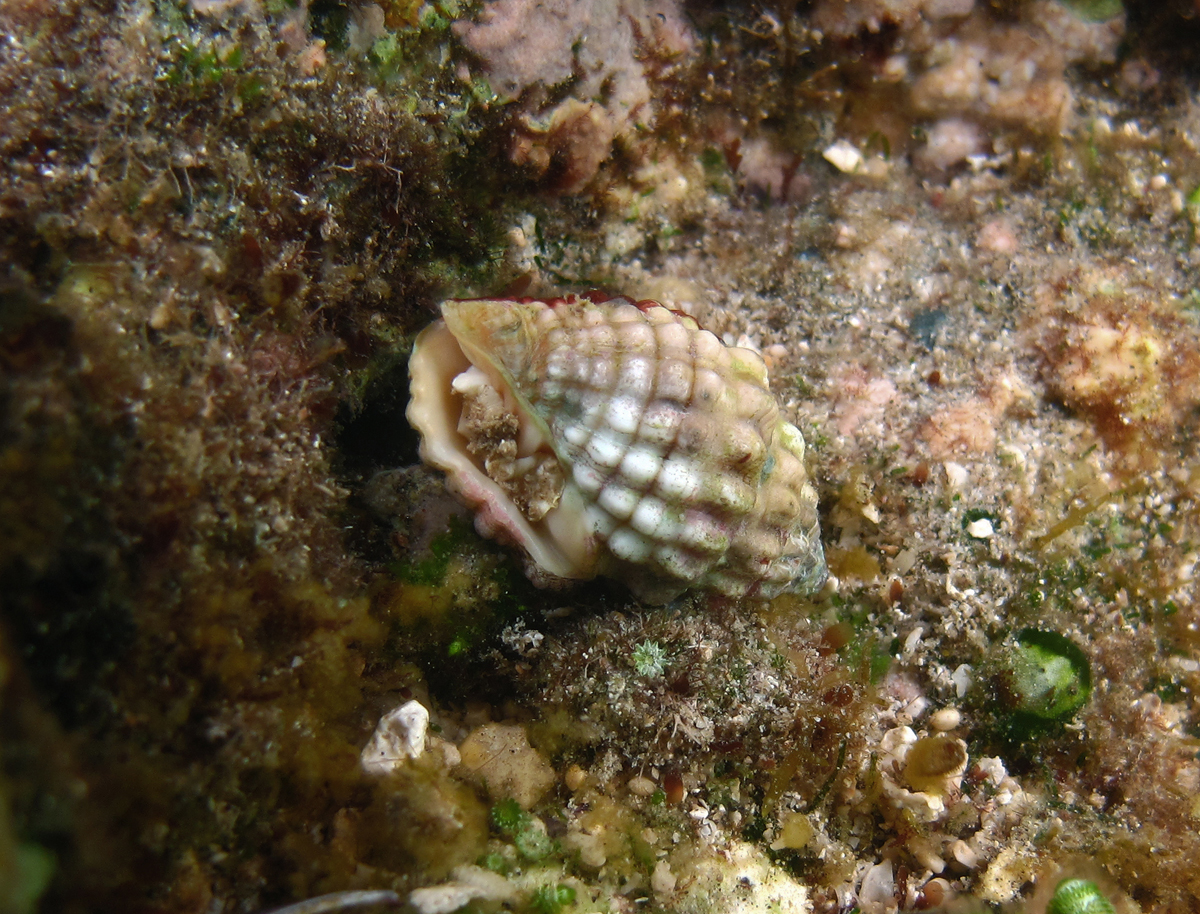
Vexillum cancellarioides
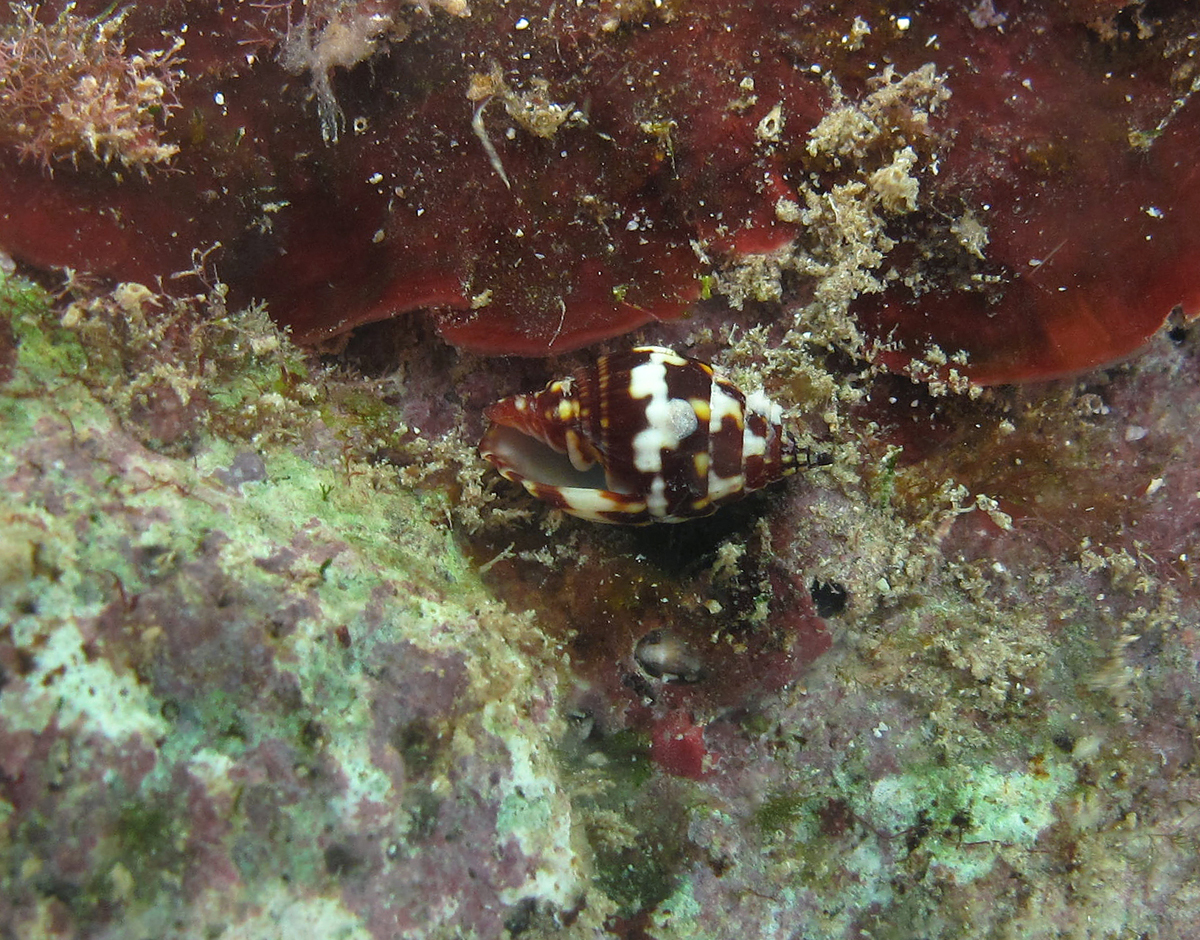
Un Vexillum pardale
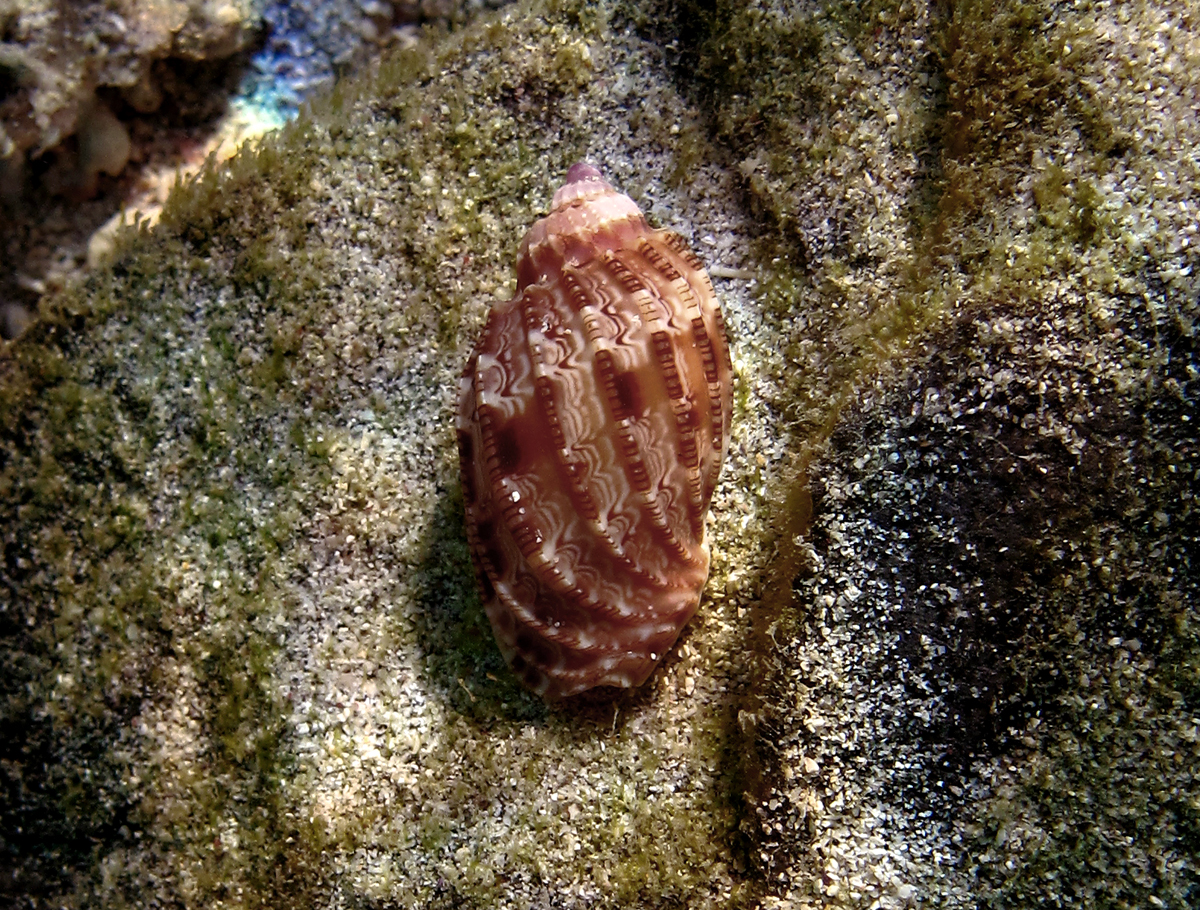
Harpa amouretta
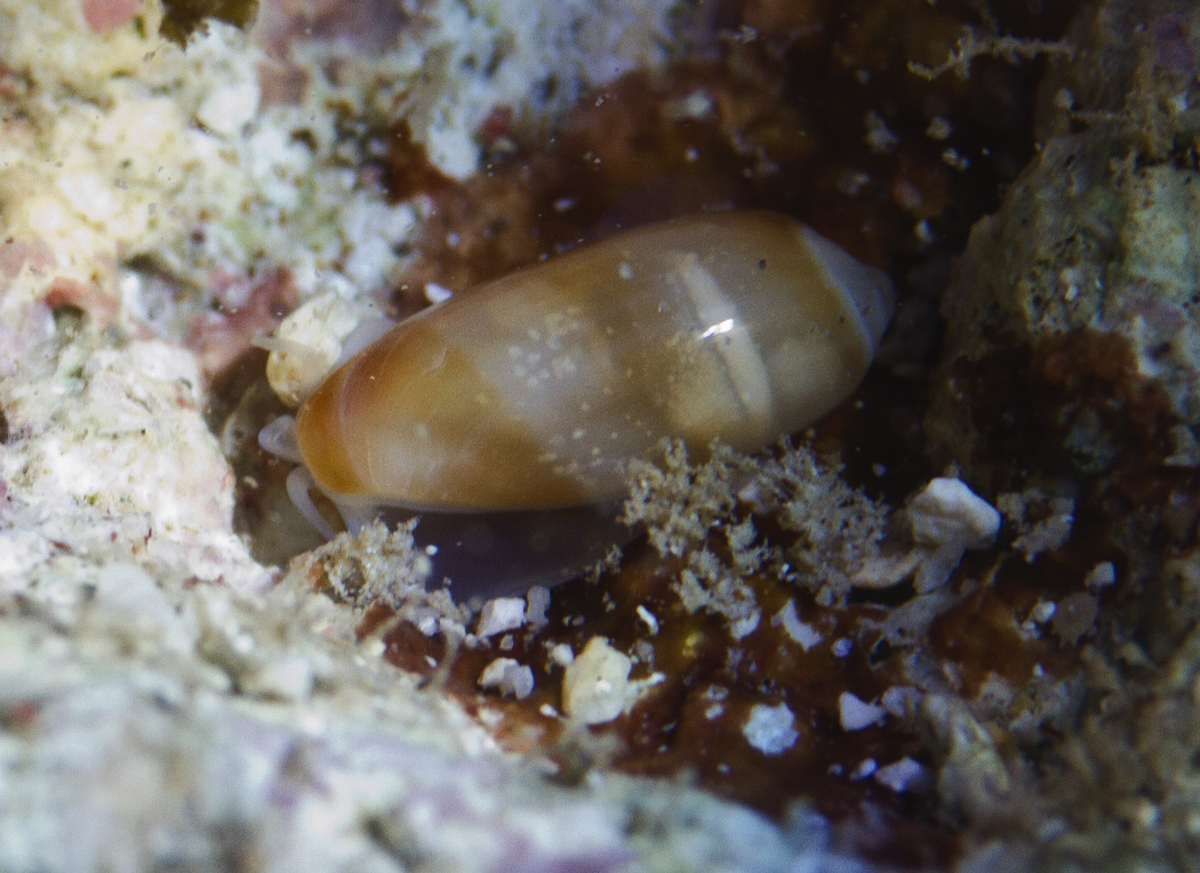
Serrata delessertiana
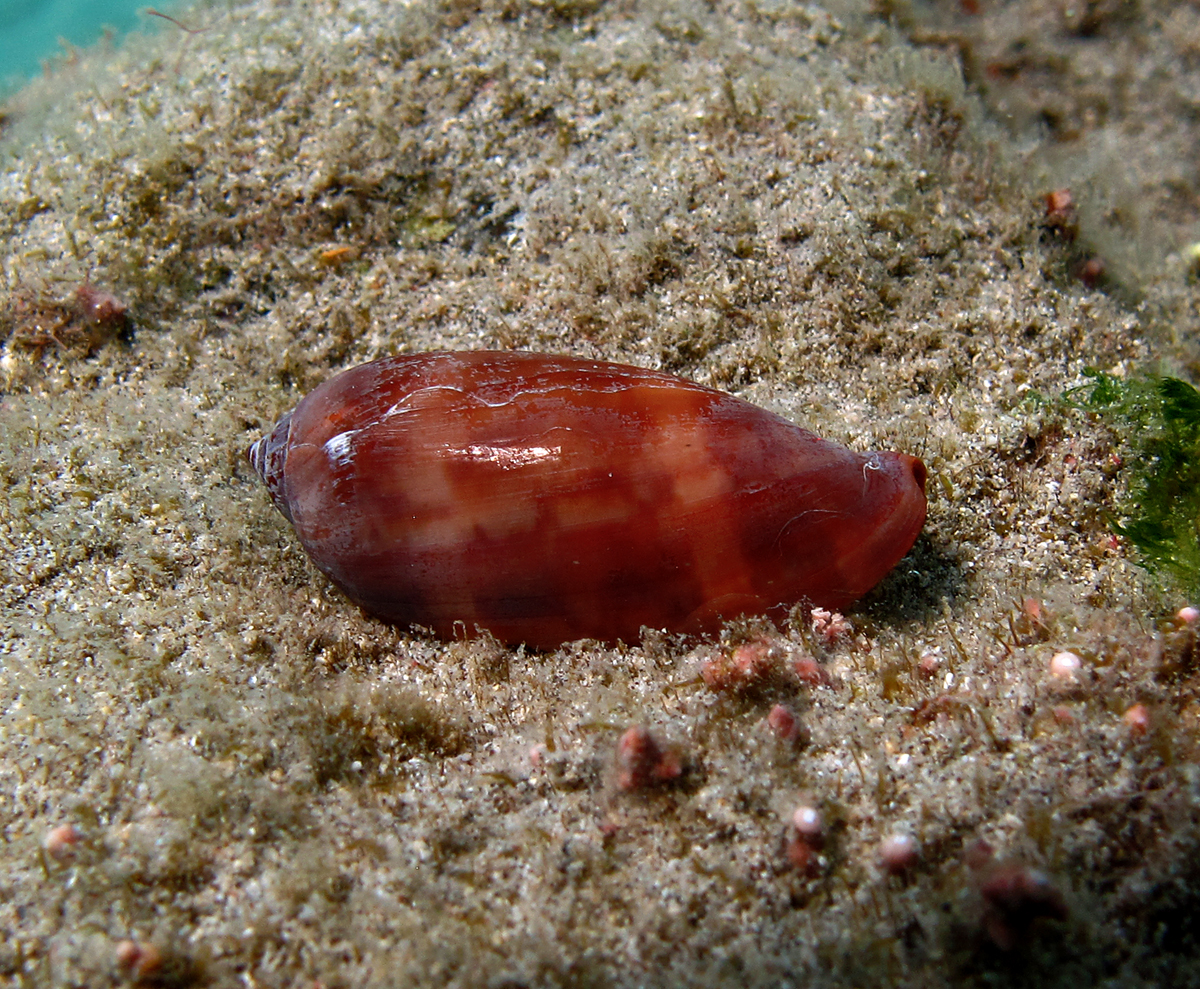
Cymbiola sp. Immature
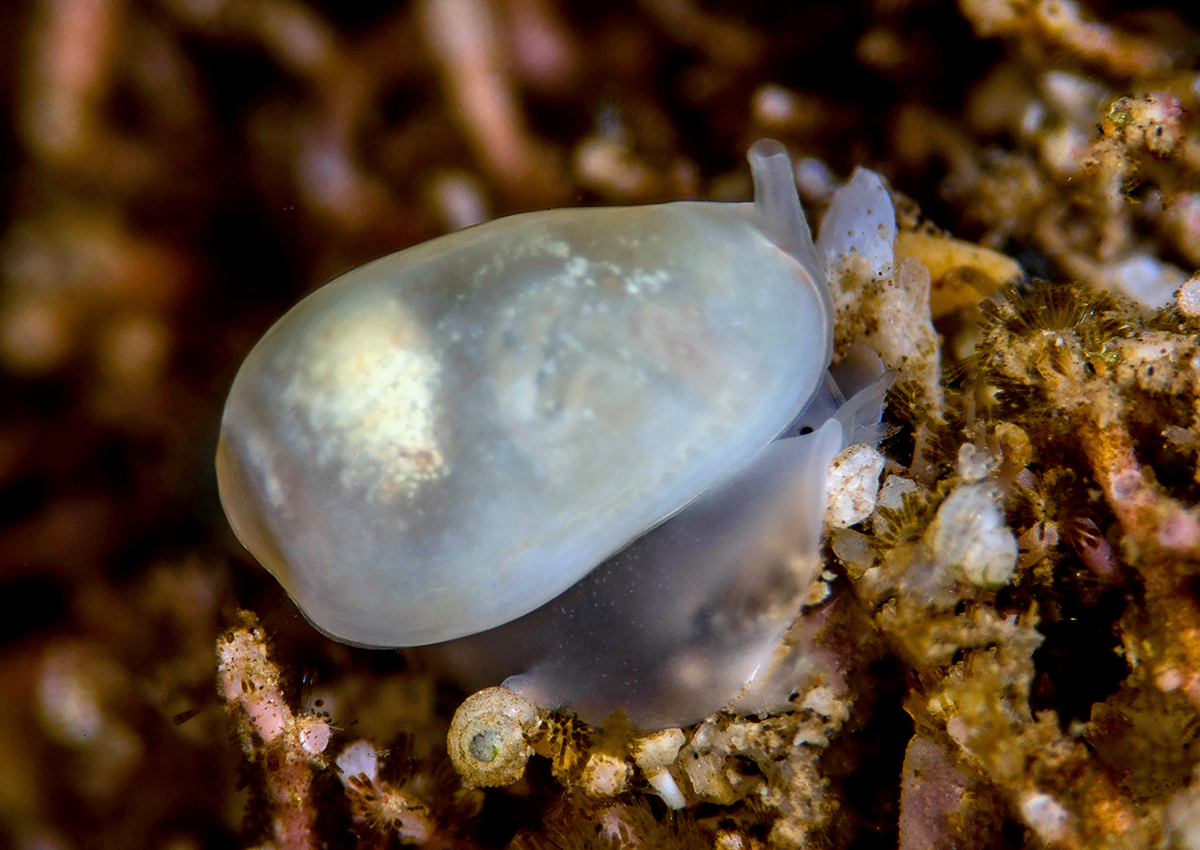
Gibberula asselina

#### Ordre desLittorinimorpha
La classification interne de la sous-classe des Caenogastropoda (le plus vaste groupe de gastéropodes actuels, essentiellement marins) est en phase d’évolution. En particulier la légitimité de l’ordre des Littorinimorpha est sujette à débat chez les spécialistes,). Cet ordre est cependant avalisé sous réserve d’une meilleure compréhension future de ses contenus.
Les porcelaines
La famille des Cypraeidae comprend 48 genres et plus de 250 espèces. La coquille a une forme de demi-coque ovoïde avec ou sans bords calleux. Sur sa face inférieure se trouve une ouverture étroite aux lèvres denticulées. La majorité des espèces se trouve dans les mers chaudes, généralement à faible profondeur. Elles peuvent être herbivores, mais la majorité, carnivore, se nourrit d’anémones, d’éponges, d’ascidies, de cadavres de mollusques ou d’œufs de gastéropodes. 61 espèces de Cypraeidae sont recensées à La Réunion.

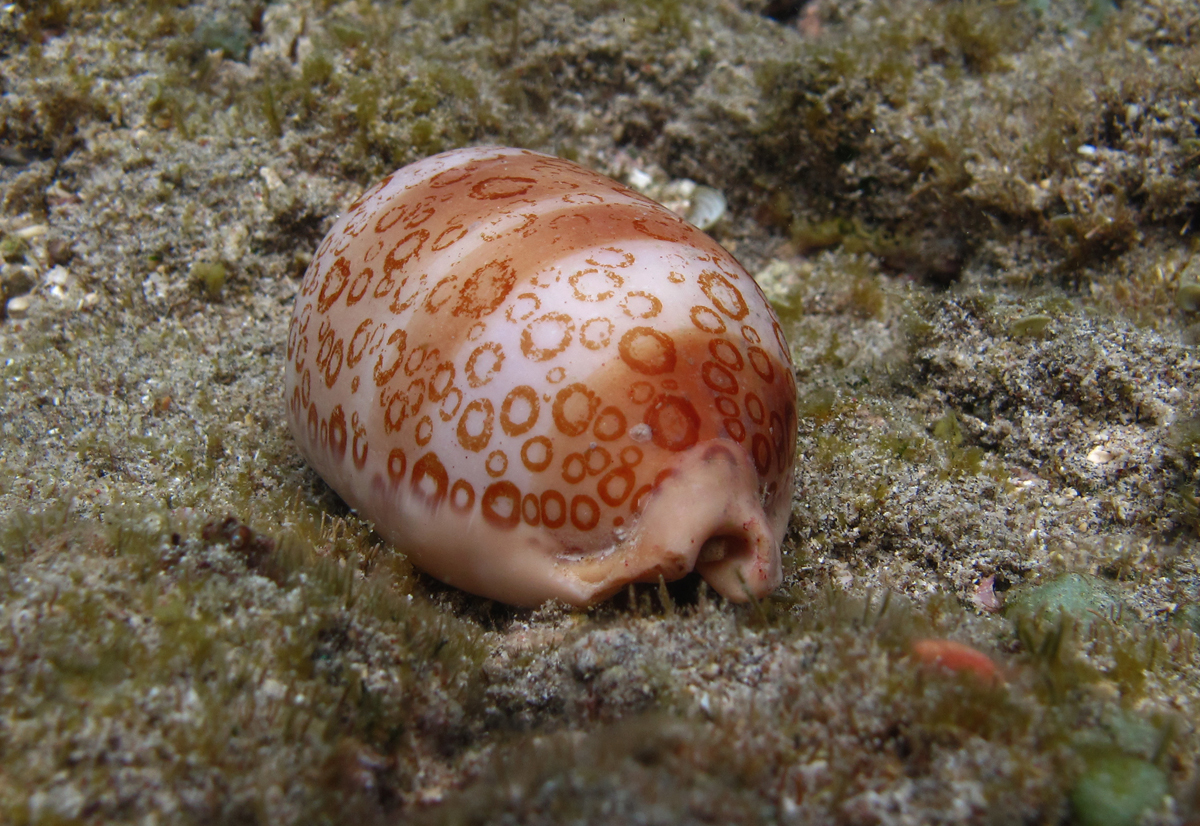
Arestorides argus (coquille vide), rare à La Réunion.
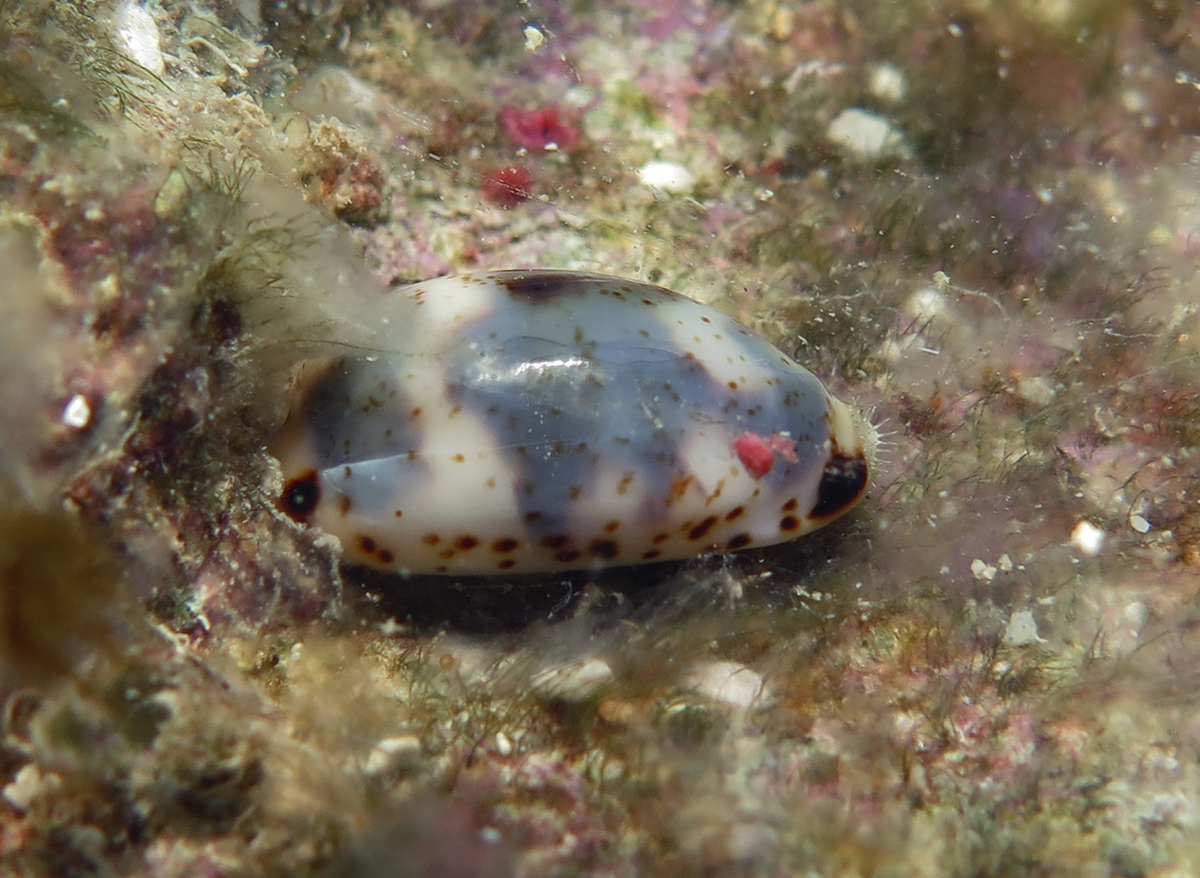
Bistolida kieneri (rare)
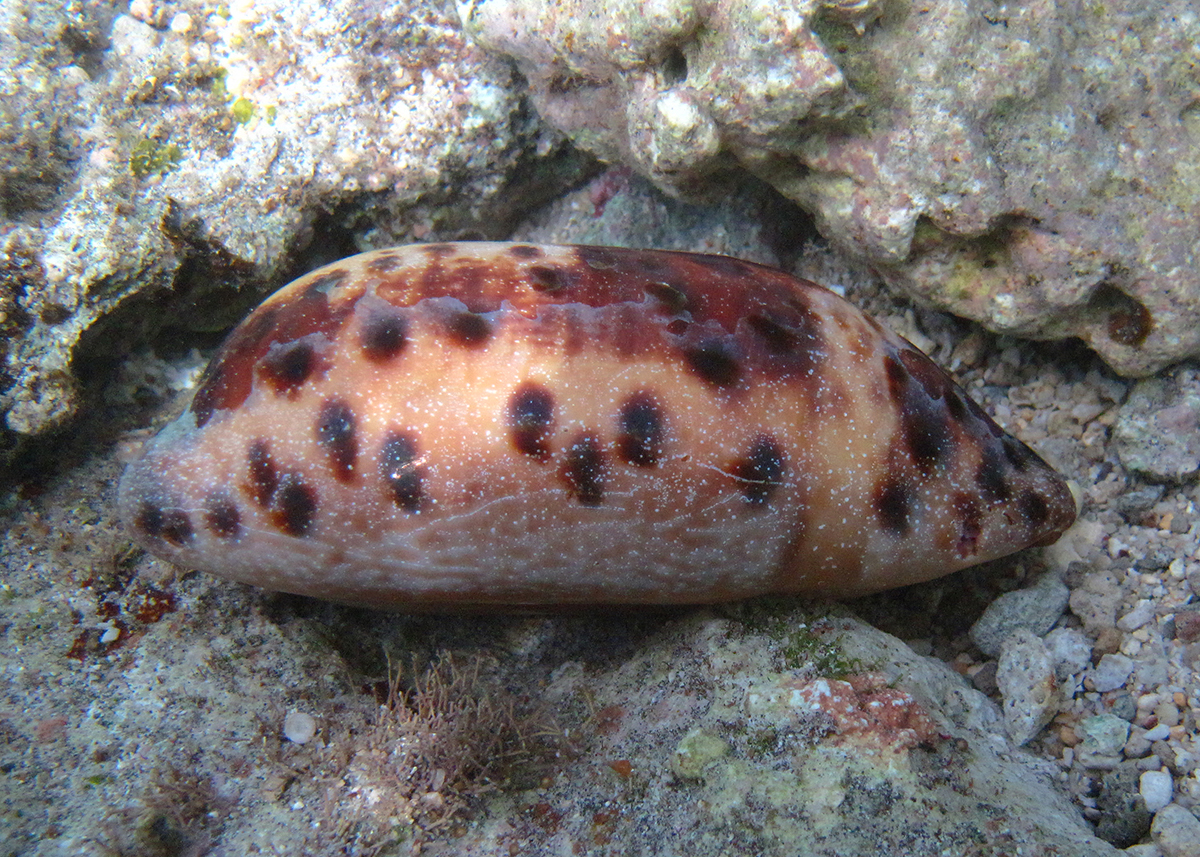
Porcelaine tortue (Chelycypraea testudinaria, coquille vide)
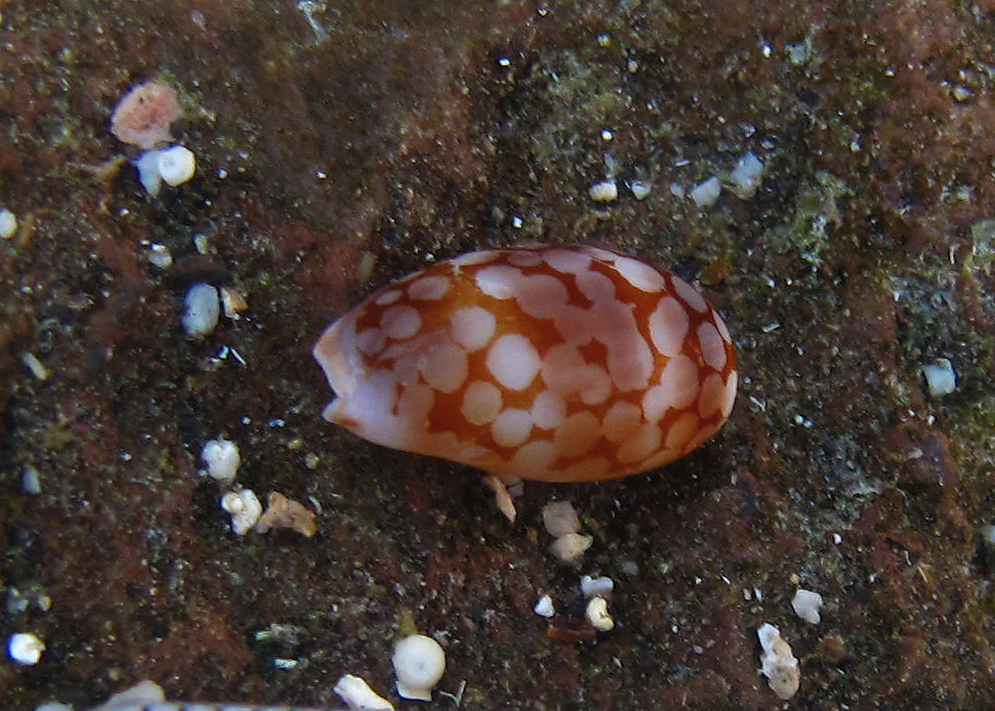
Cribrarula esontropia immature
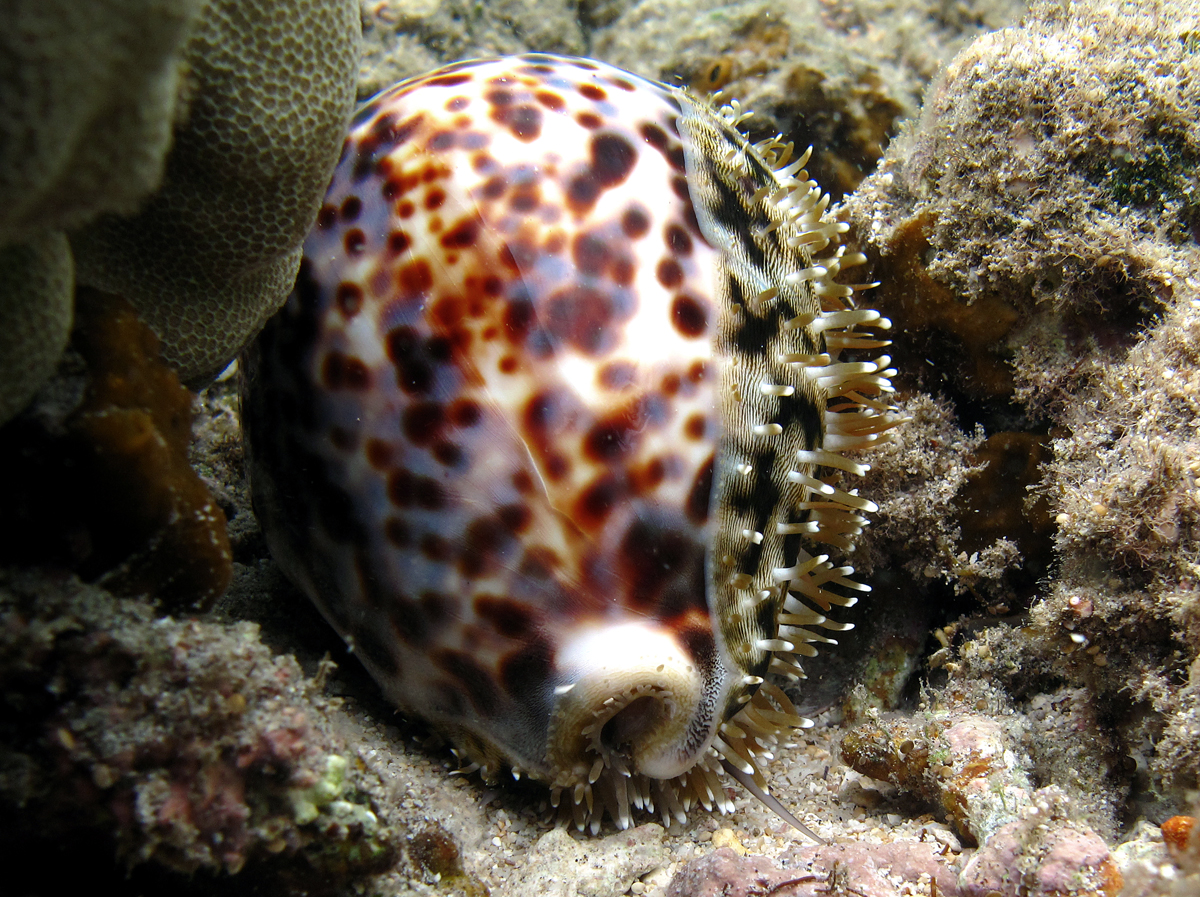
Porcelaine tigre (Cypraea tigris)
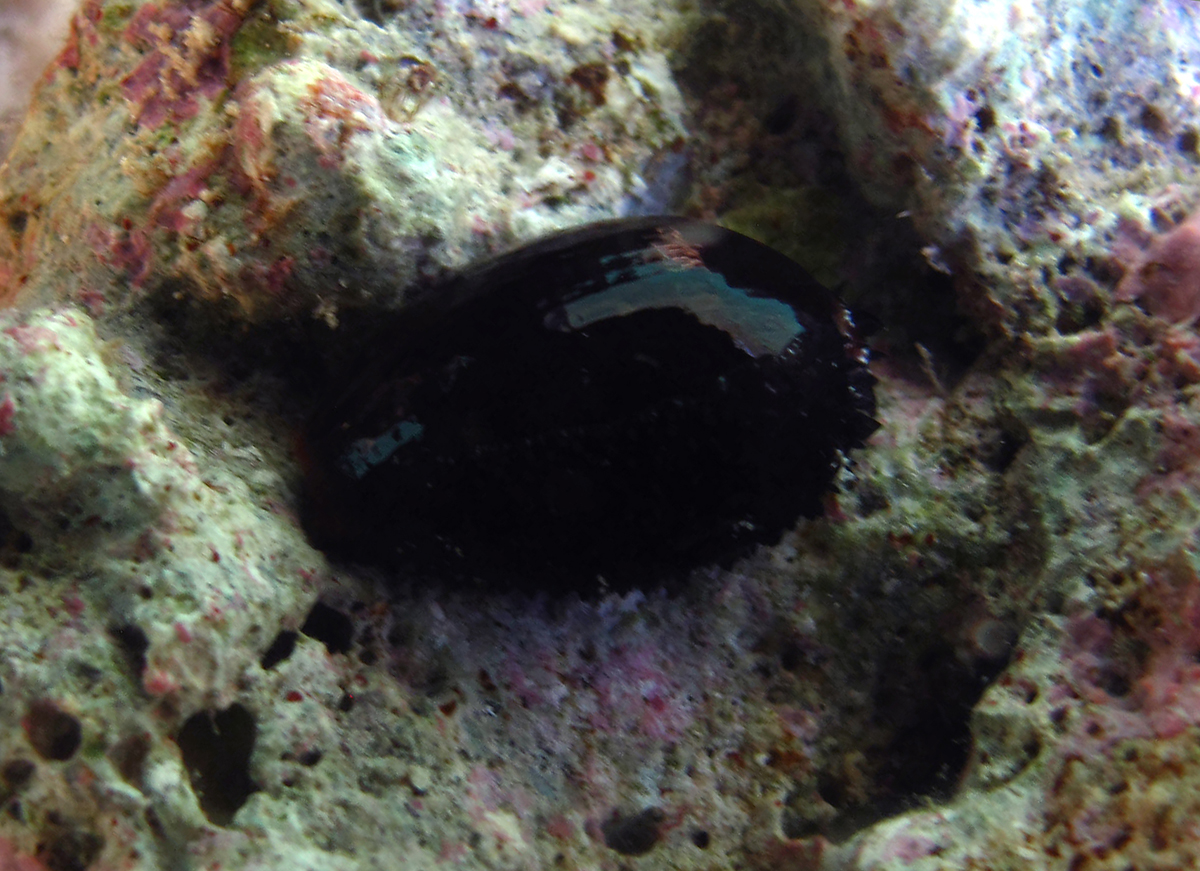
Erronea onyx (rarissime à la Réunion)
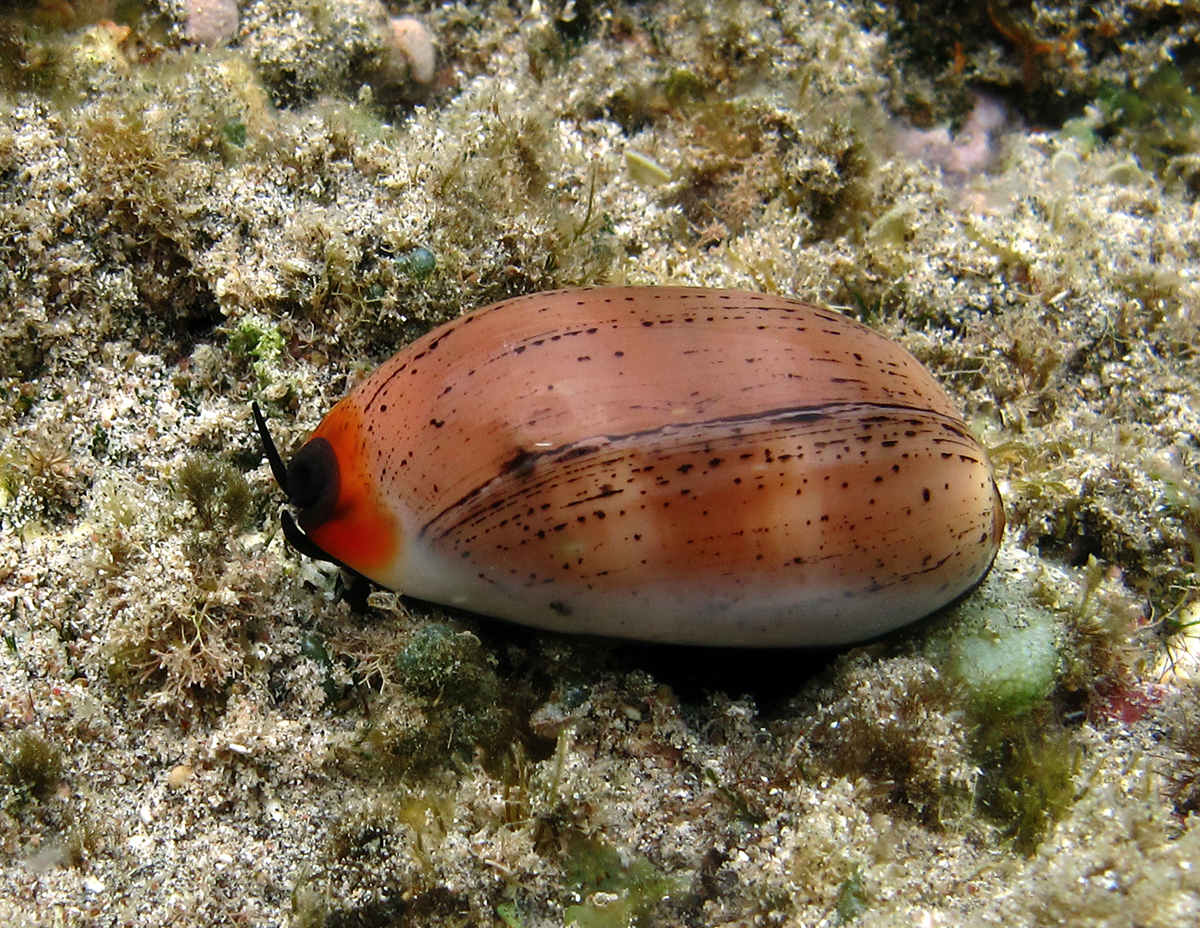
Porcelaine Isabelle (Luria isabella)
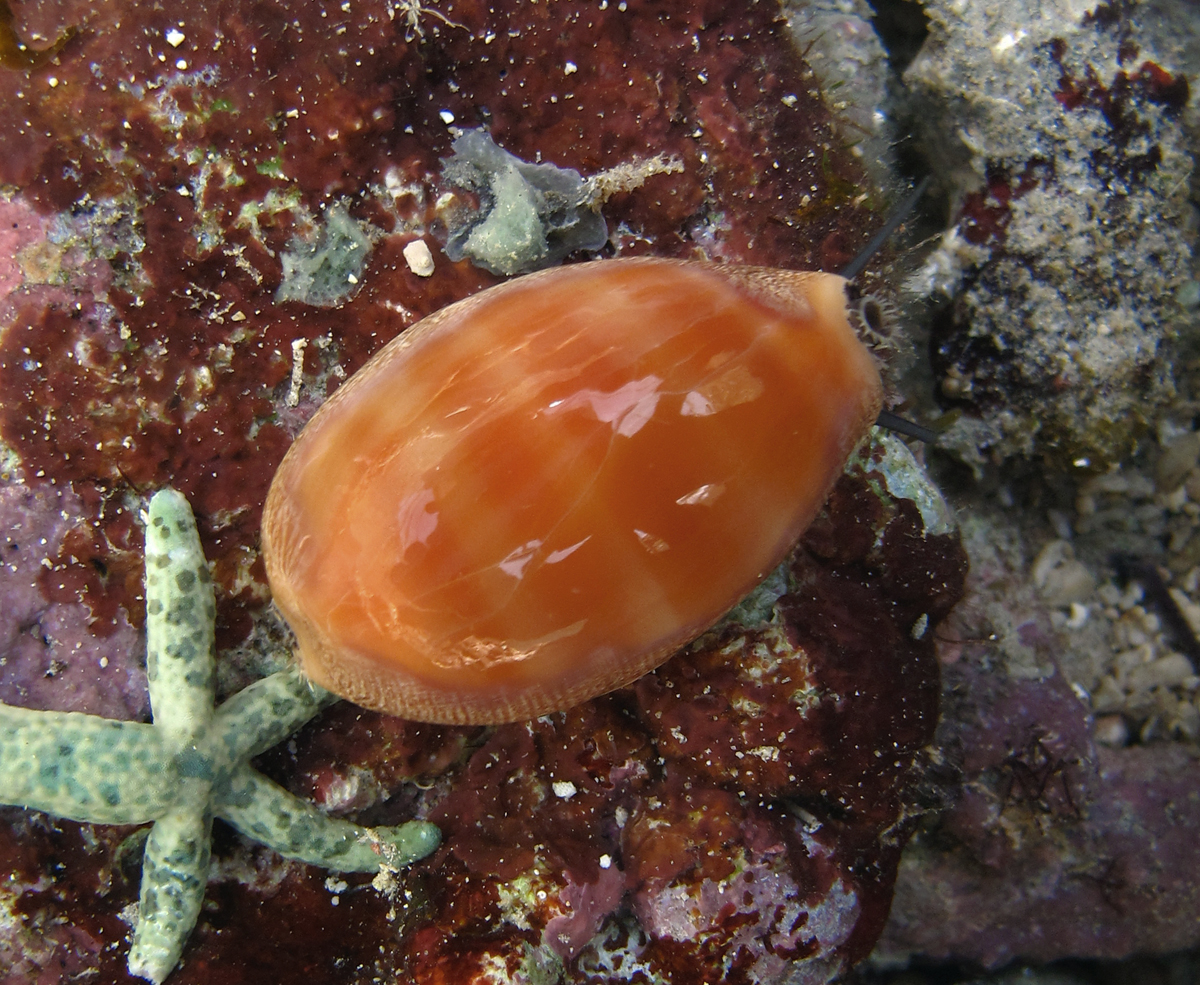
Lyncina carneola
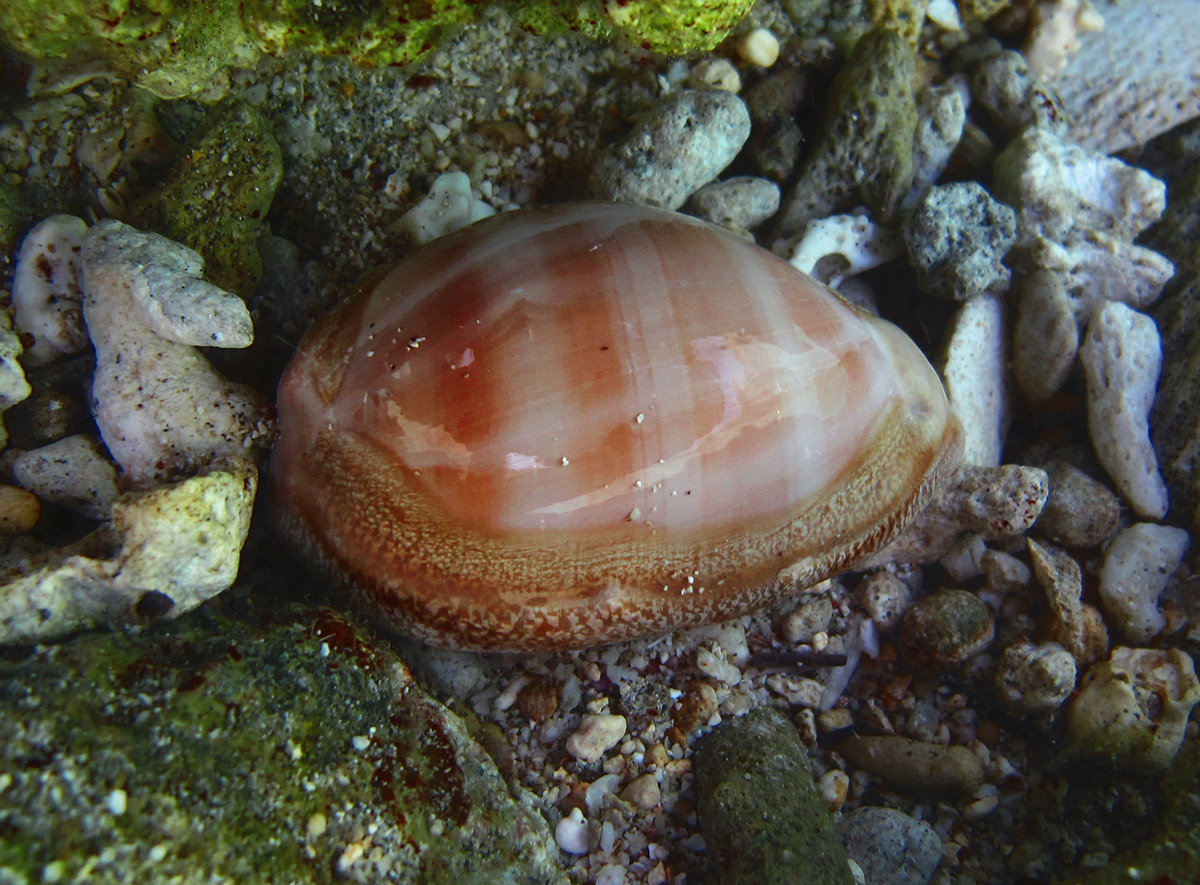
Lyncina leviathan (très rare)
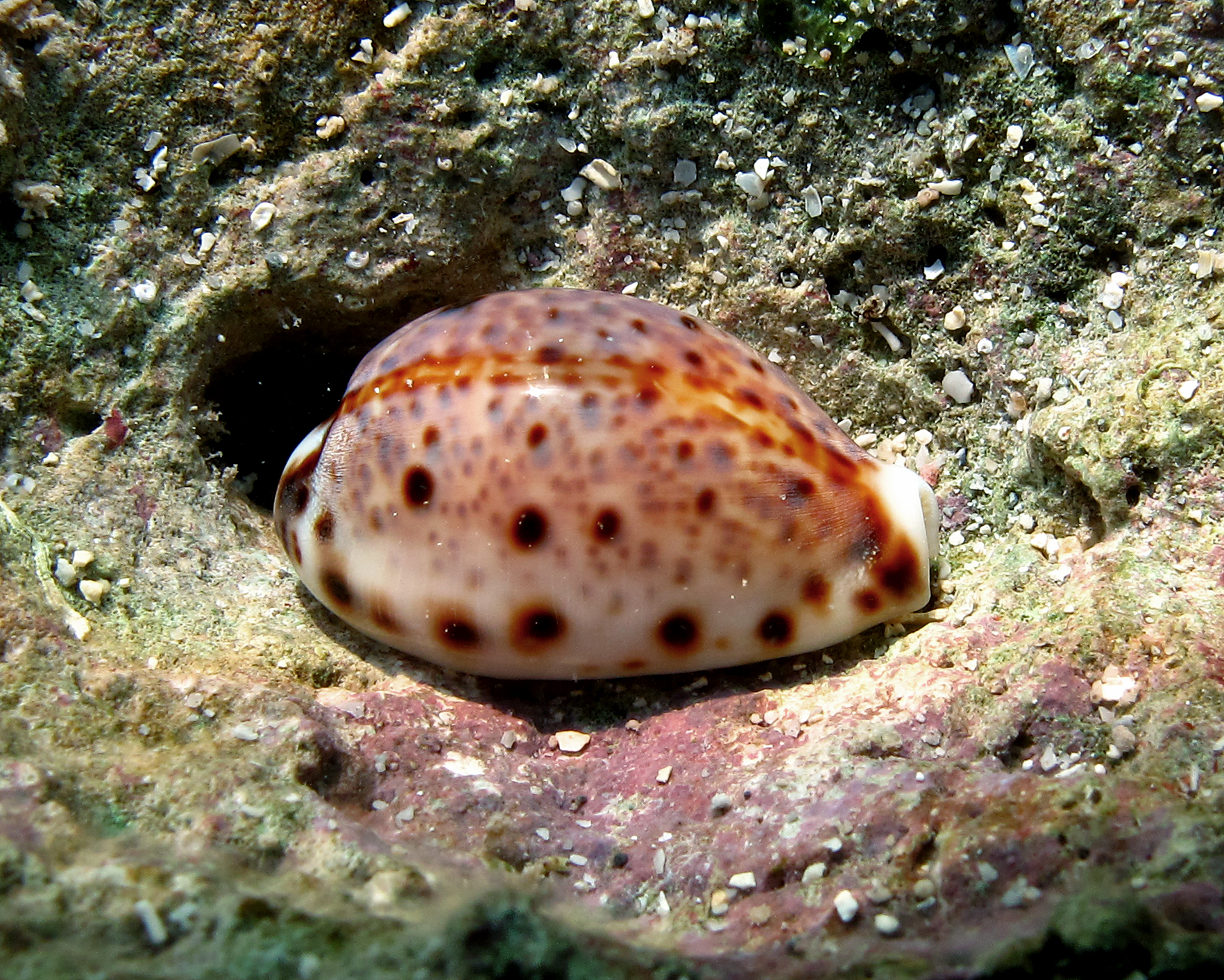
Porcelaine lynx (Lyncina lynx)
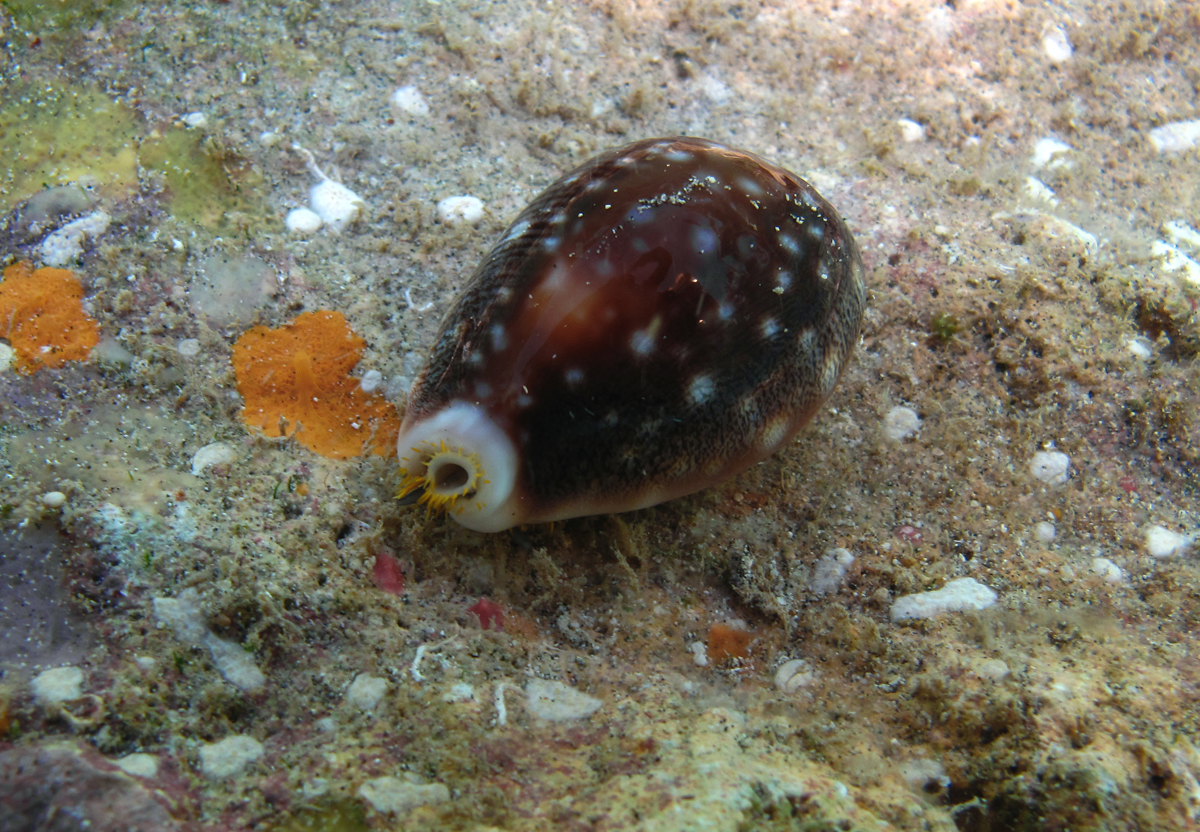
Porcelaine daim (Lyncina vitellus, rare)
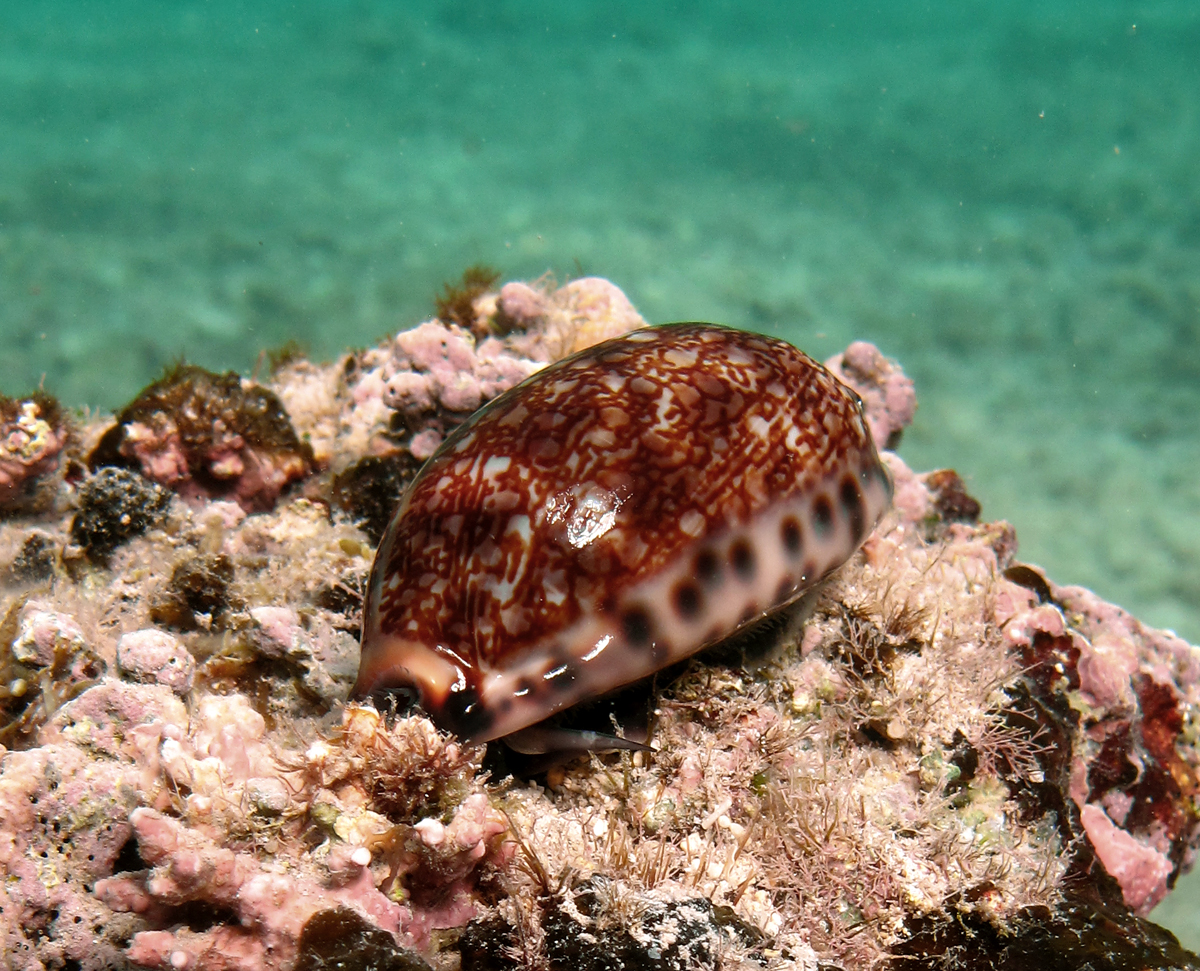
Porcelaine arabe (Mauritia arabica)
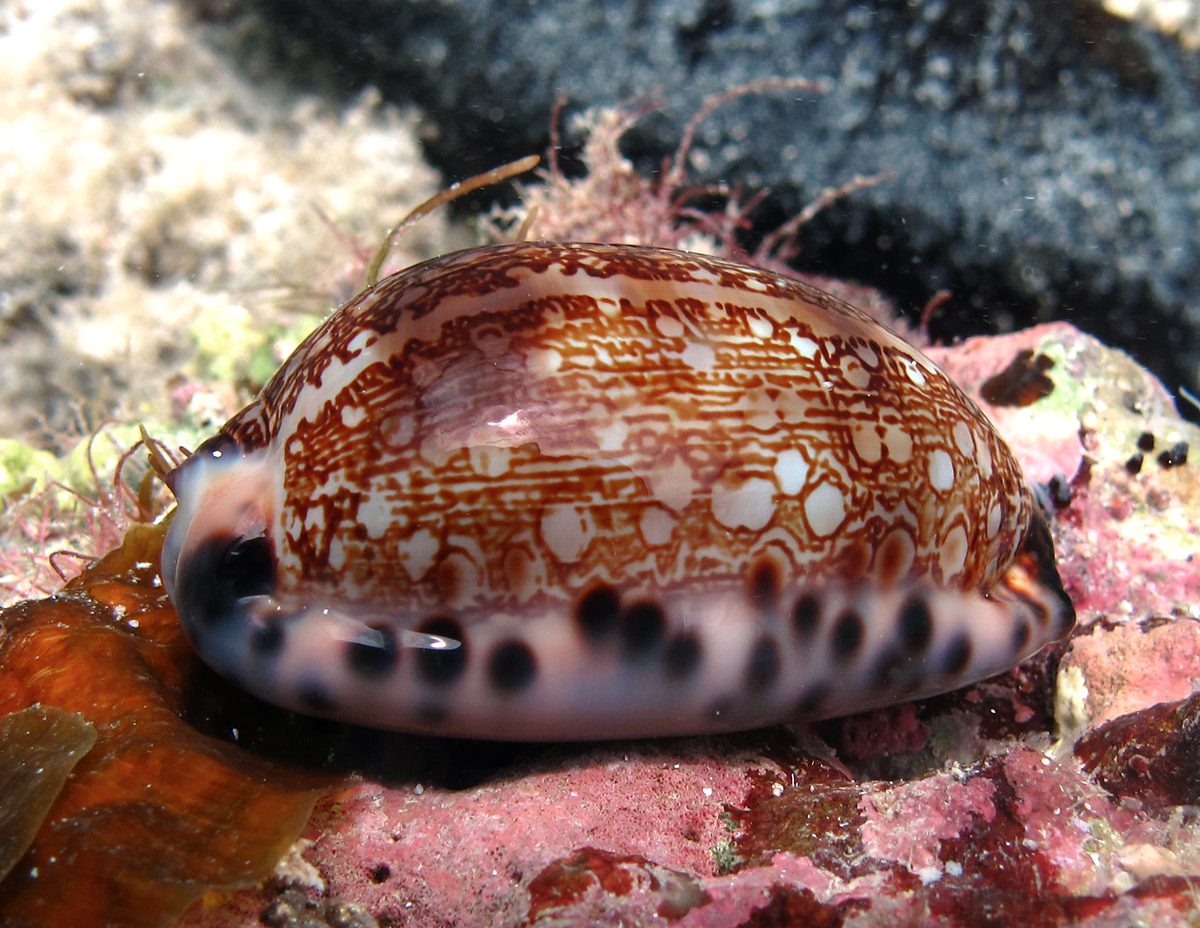
Porcelaine arabe, variété « immanis » (Mauritia arabica immanis)
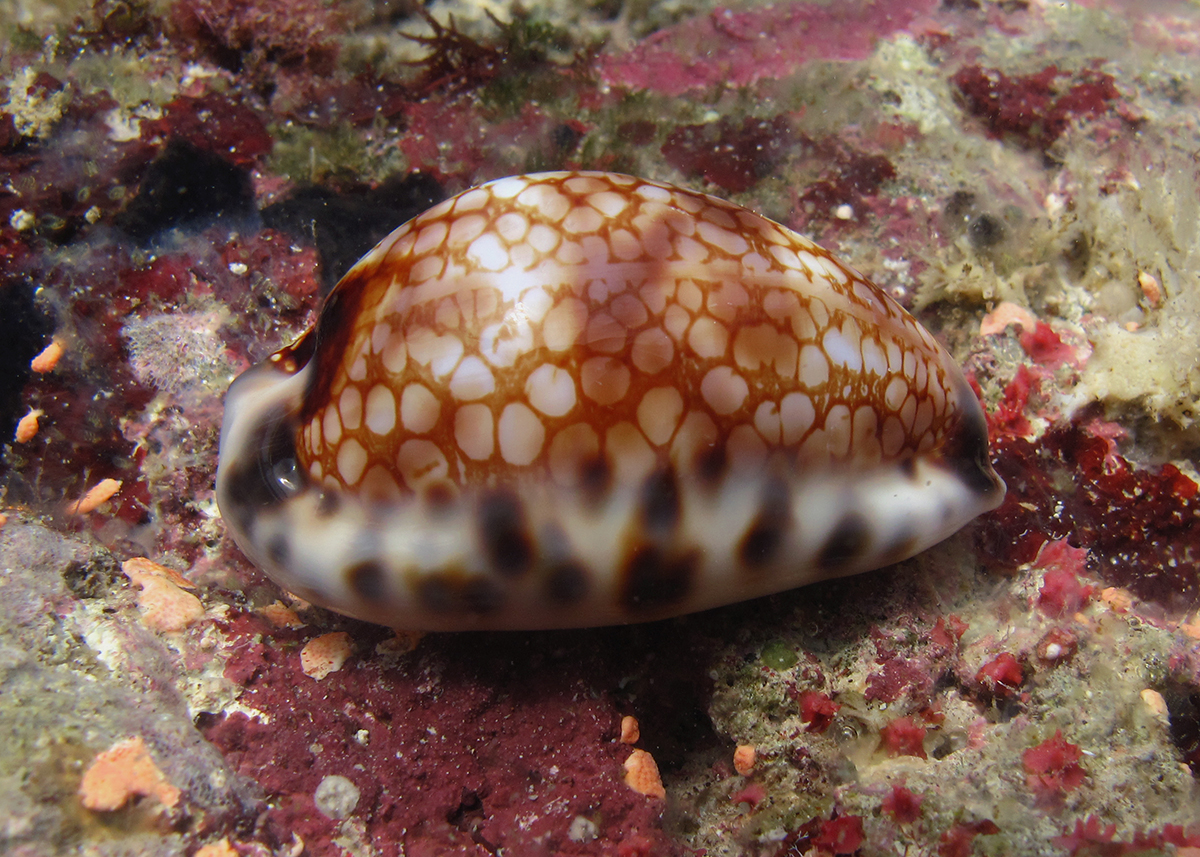
Mauritia histrio
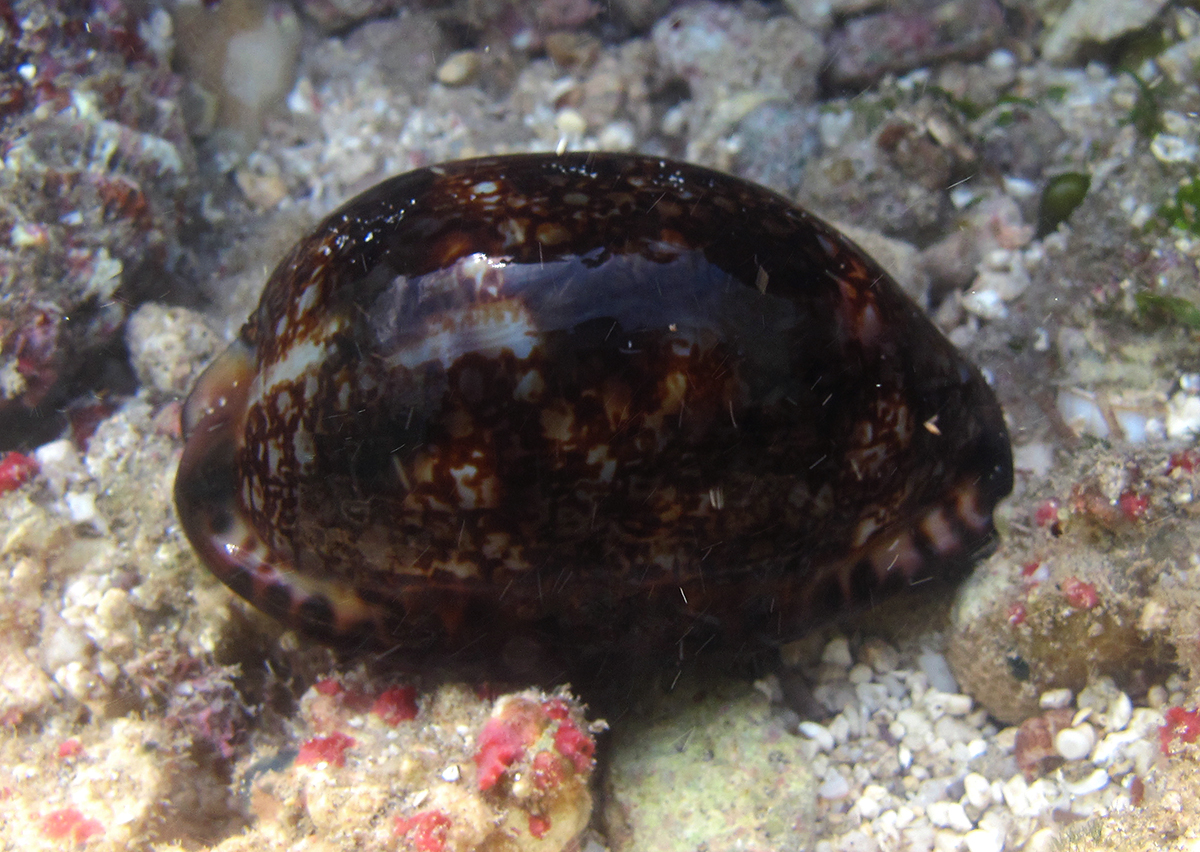
Porcelaine mauricienne Mauritia mauritiana
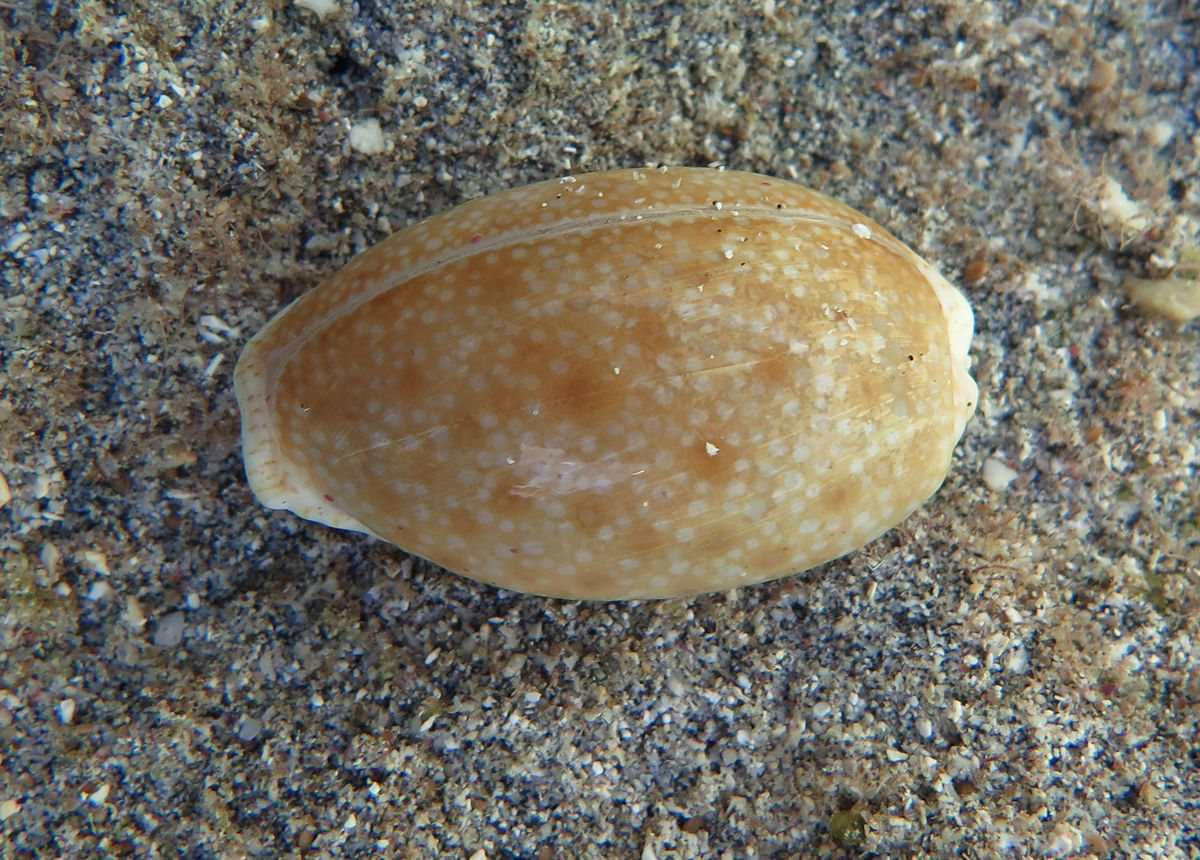
Naria cernica
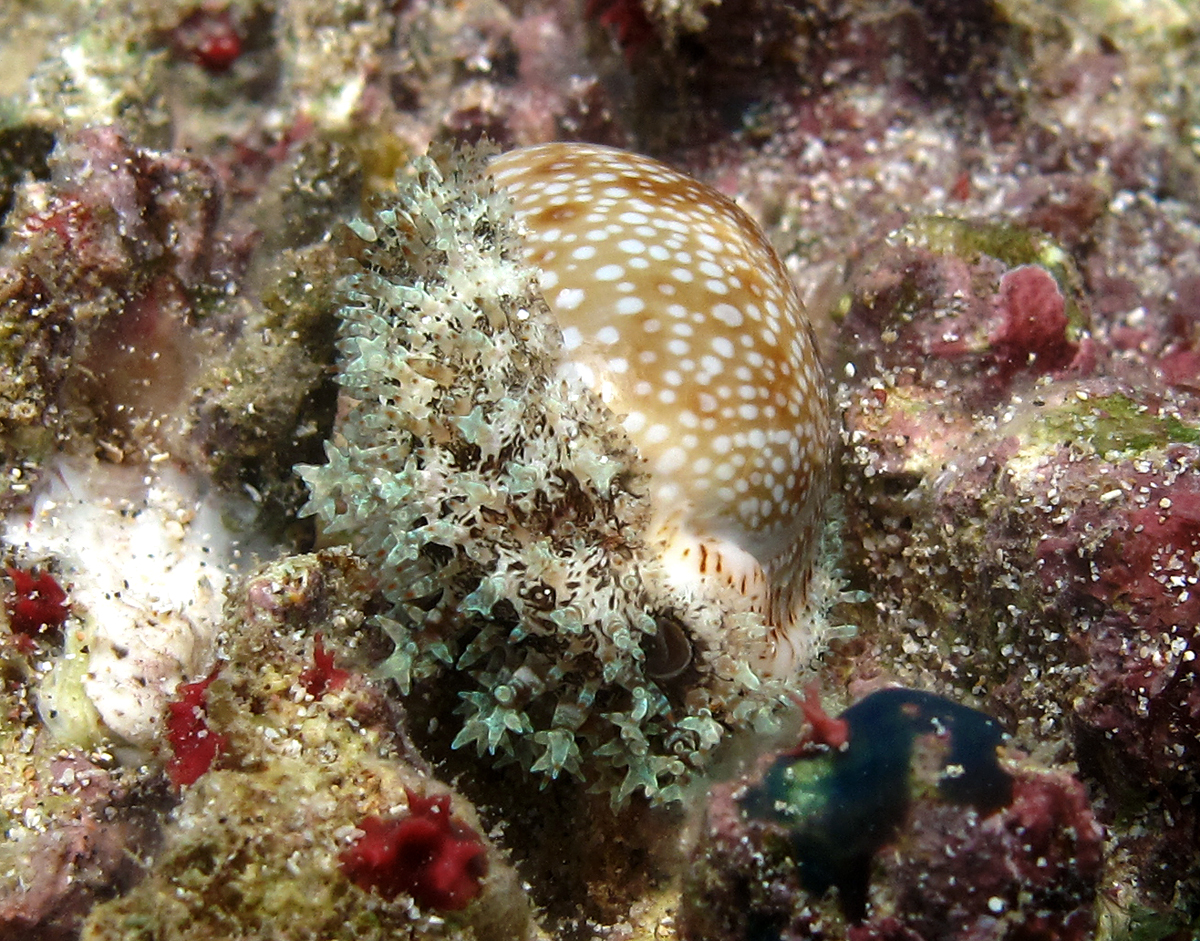
Porcelaine érodée (Naria erosa)
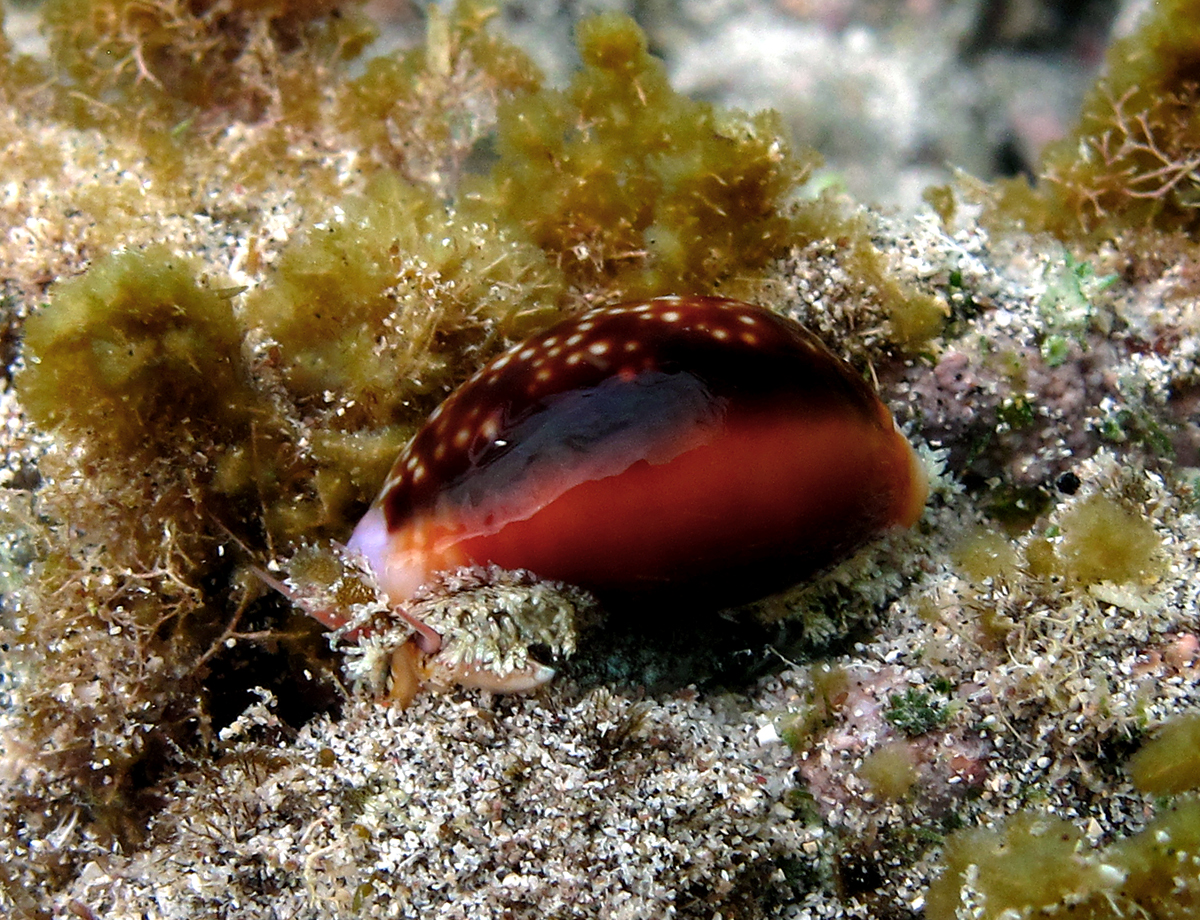
Naria helvola
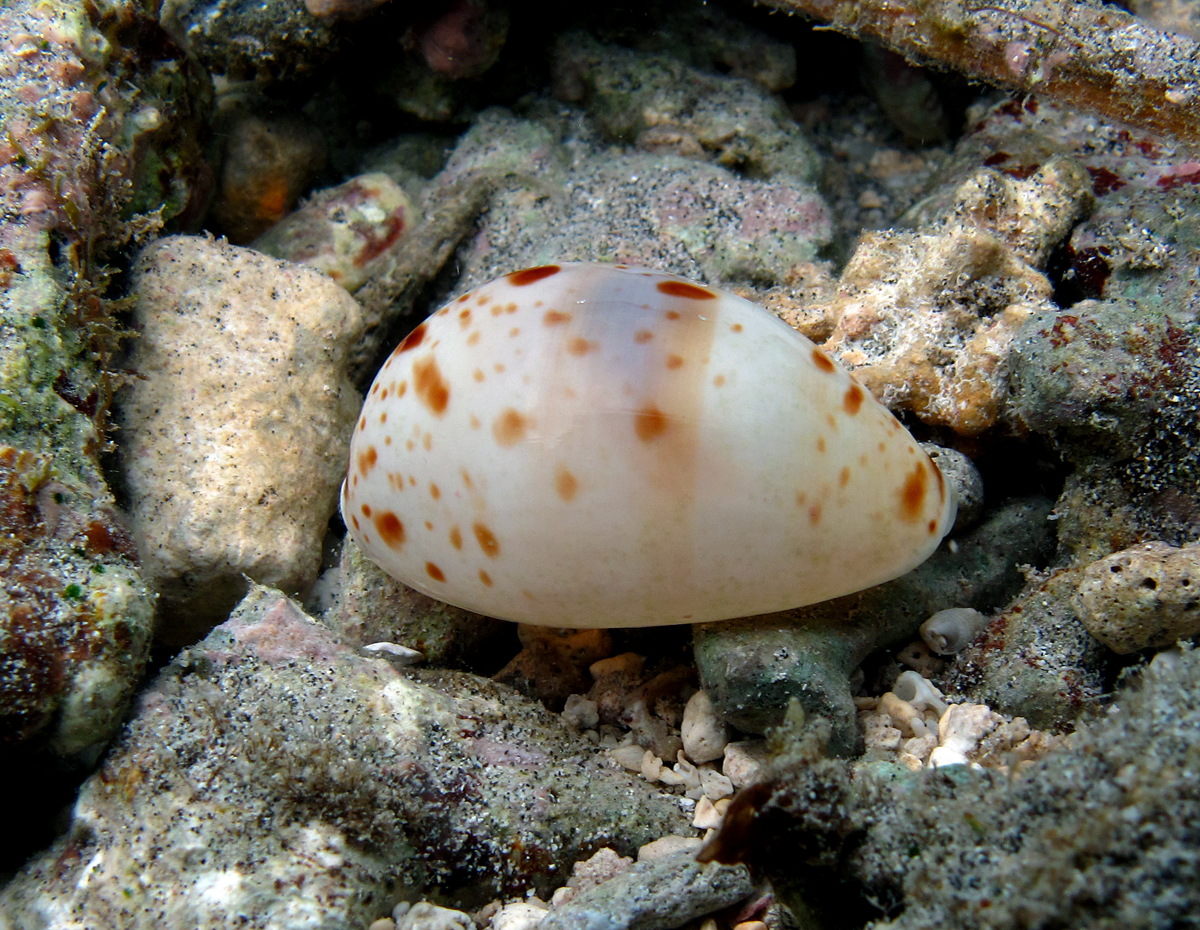
Ransoniella punctata immature
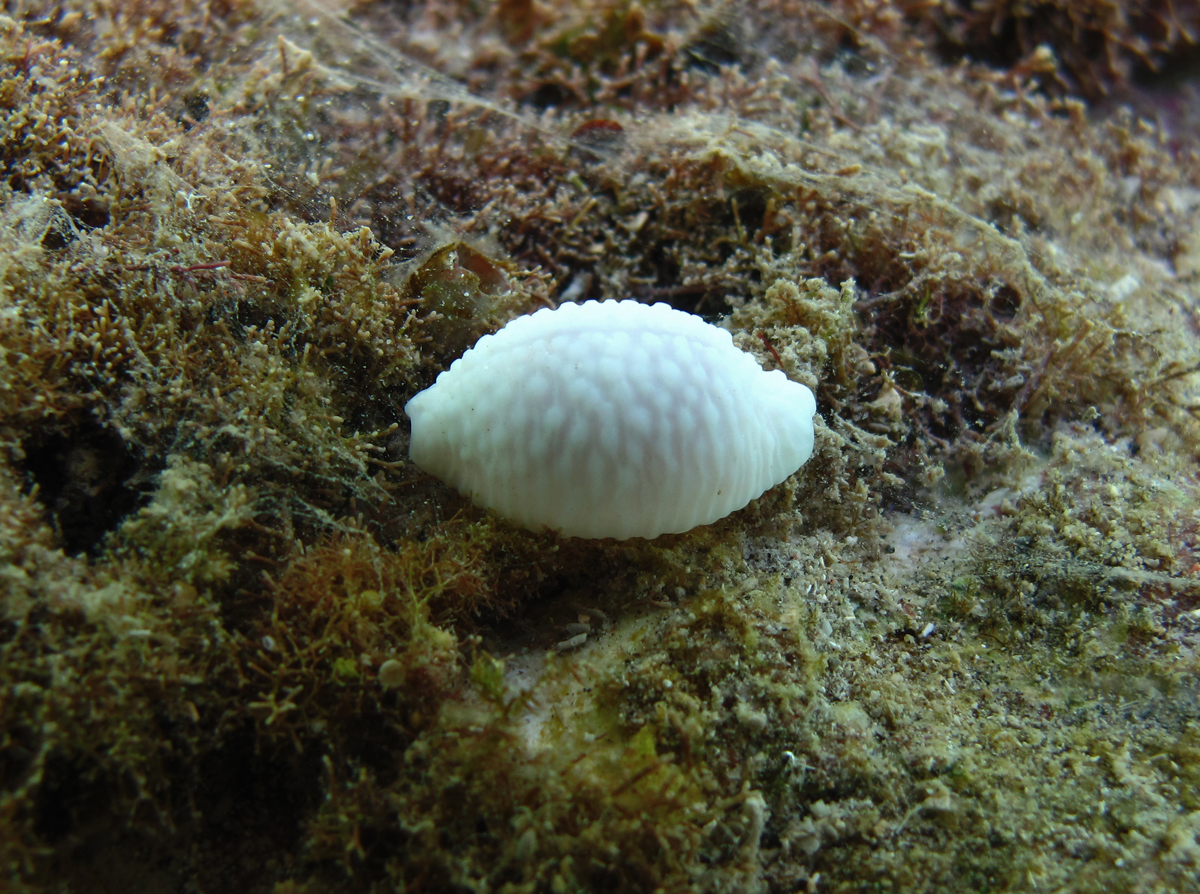
Nucleolaria nucleus madagascariensis (coquille vide)
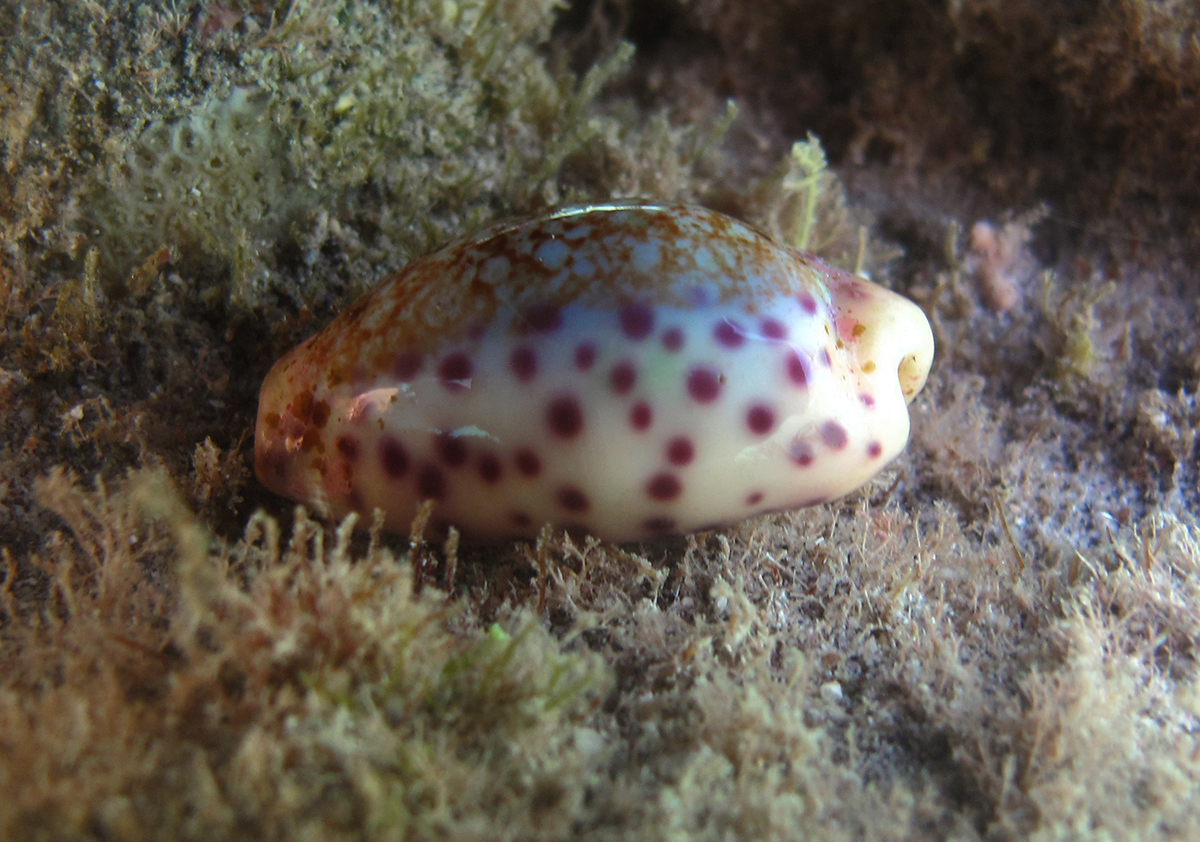
Ovatipsa chinensis (rare)
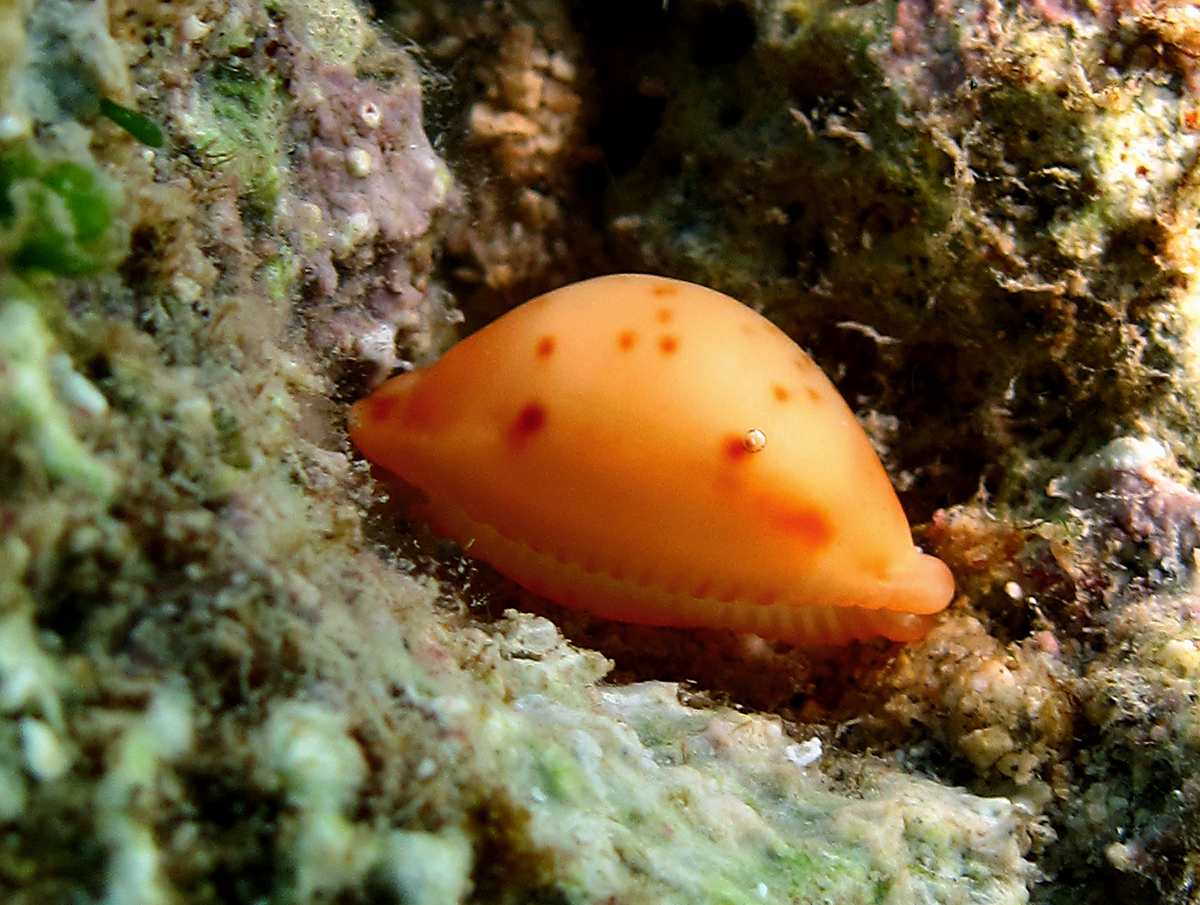
Pustularia bistrinotata
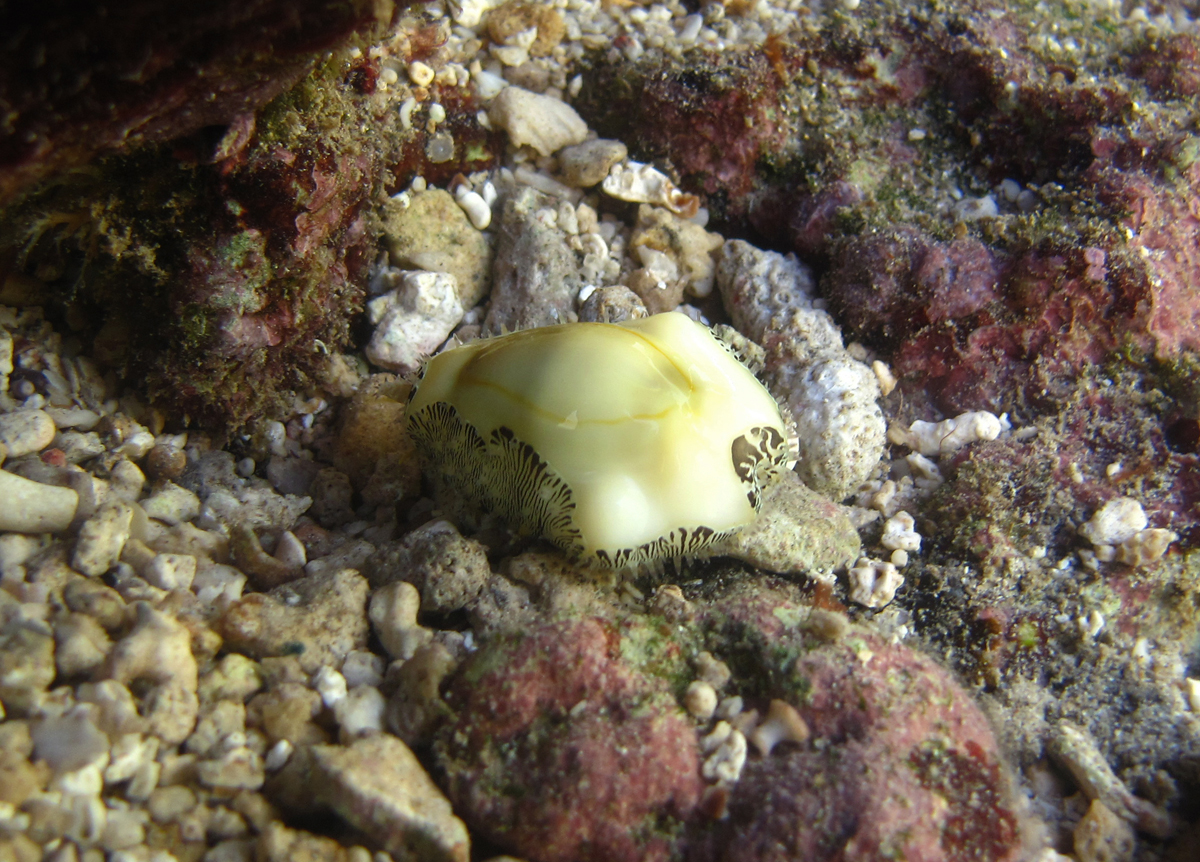
Porcelaine monnaie ou « cauri » (Monetaria moneta)
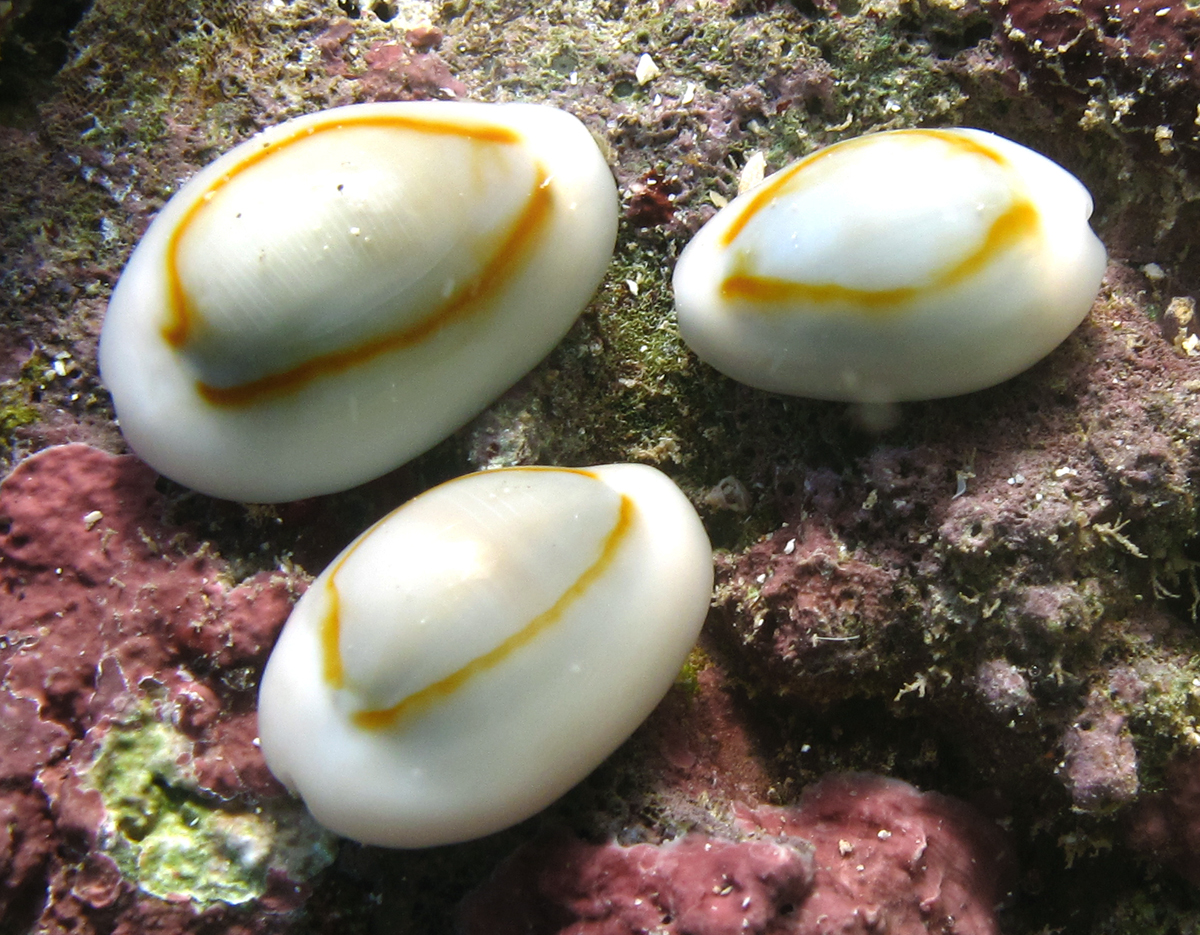
Monetaria annulus
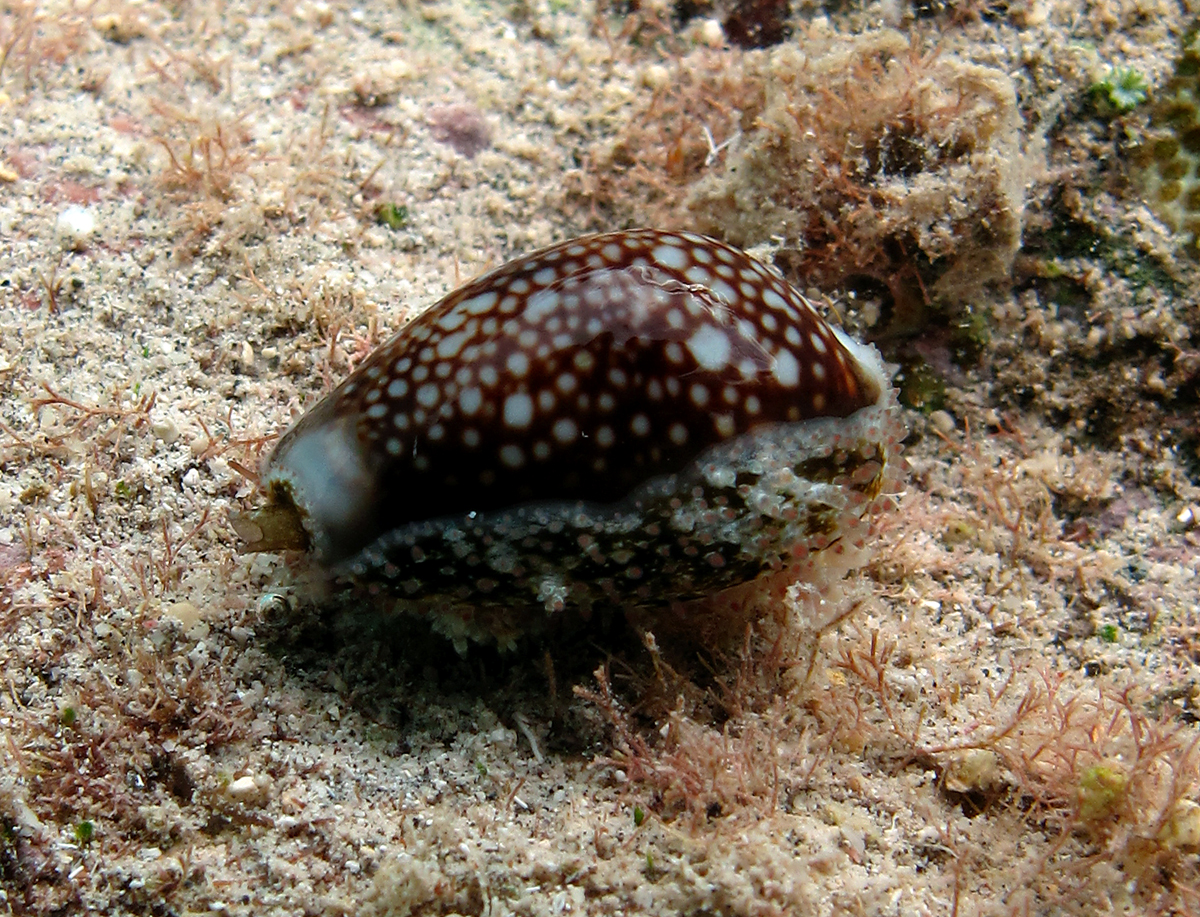
Cyprée, ou Porcelaine à tête de serpent (Monetaria caputserpentis)
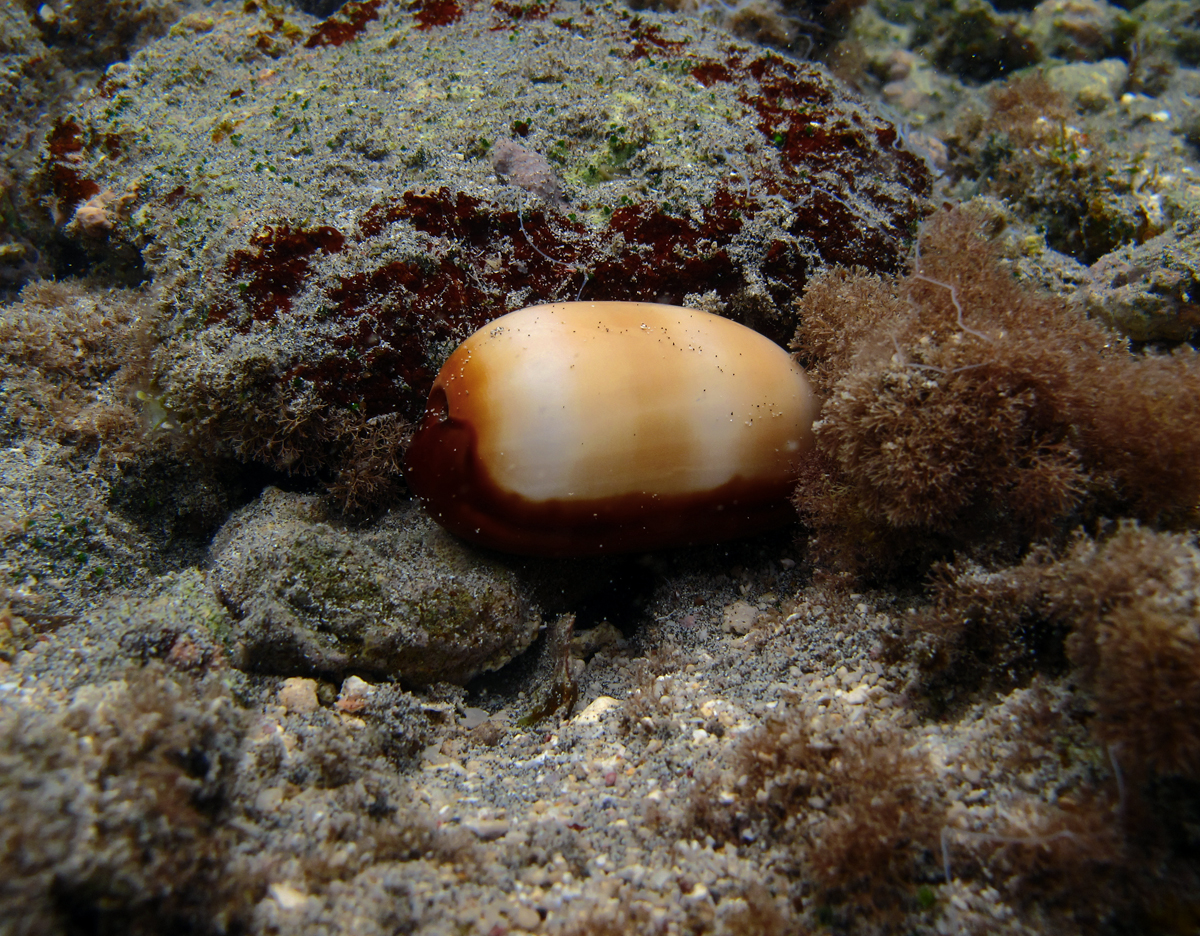
Une porcelaine taupe (Talparia talpa)
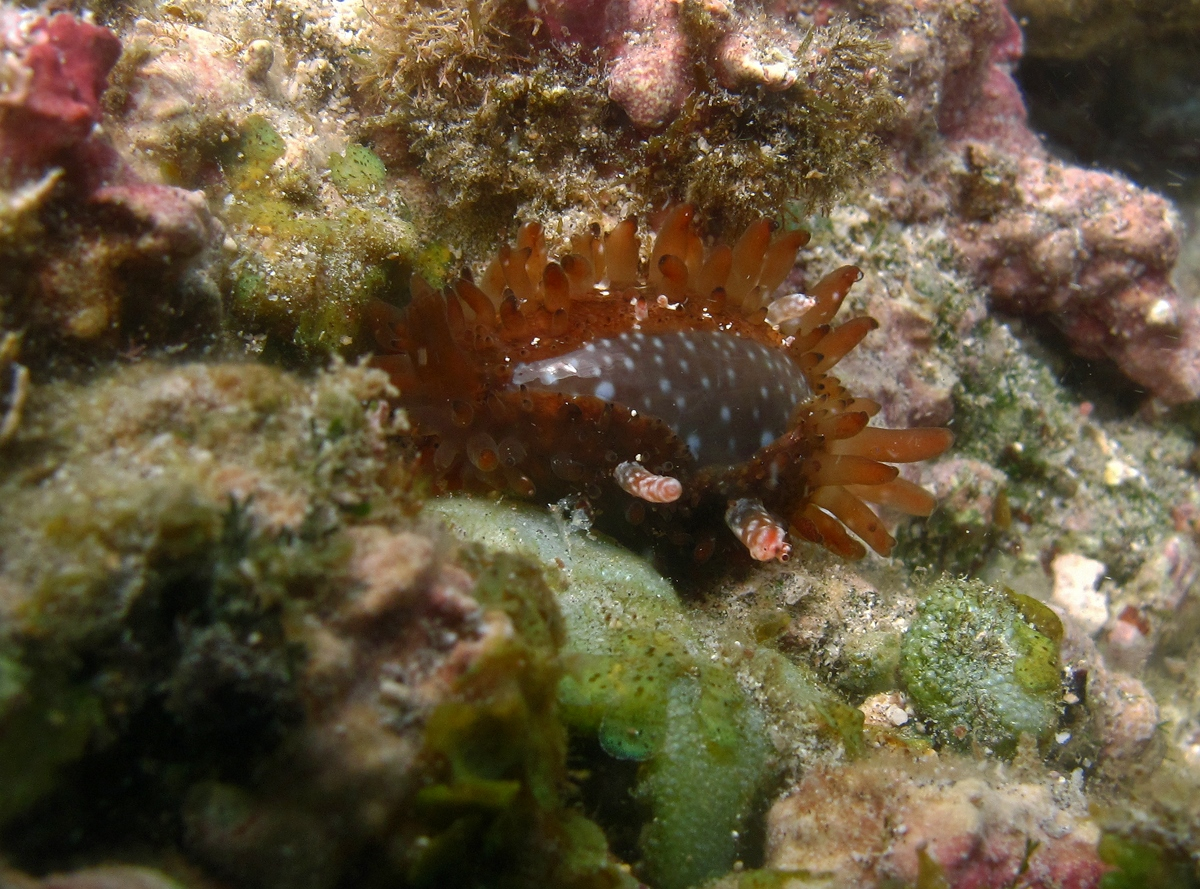
Staphylaea limacina (très rare)
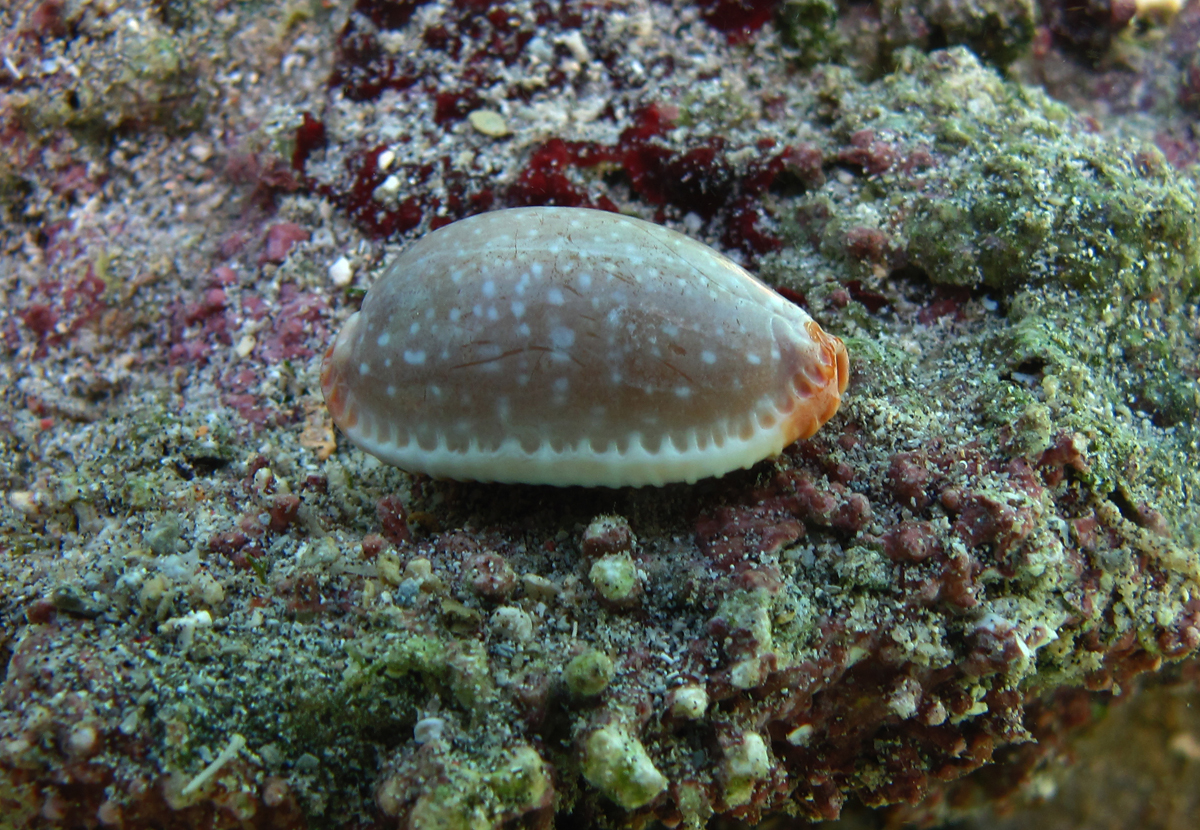
Staphylaea limacina intersctincta (très rare)
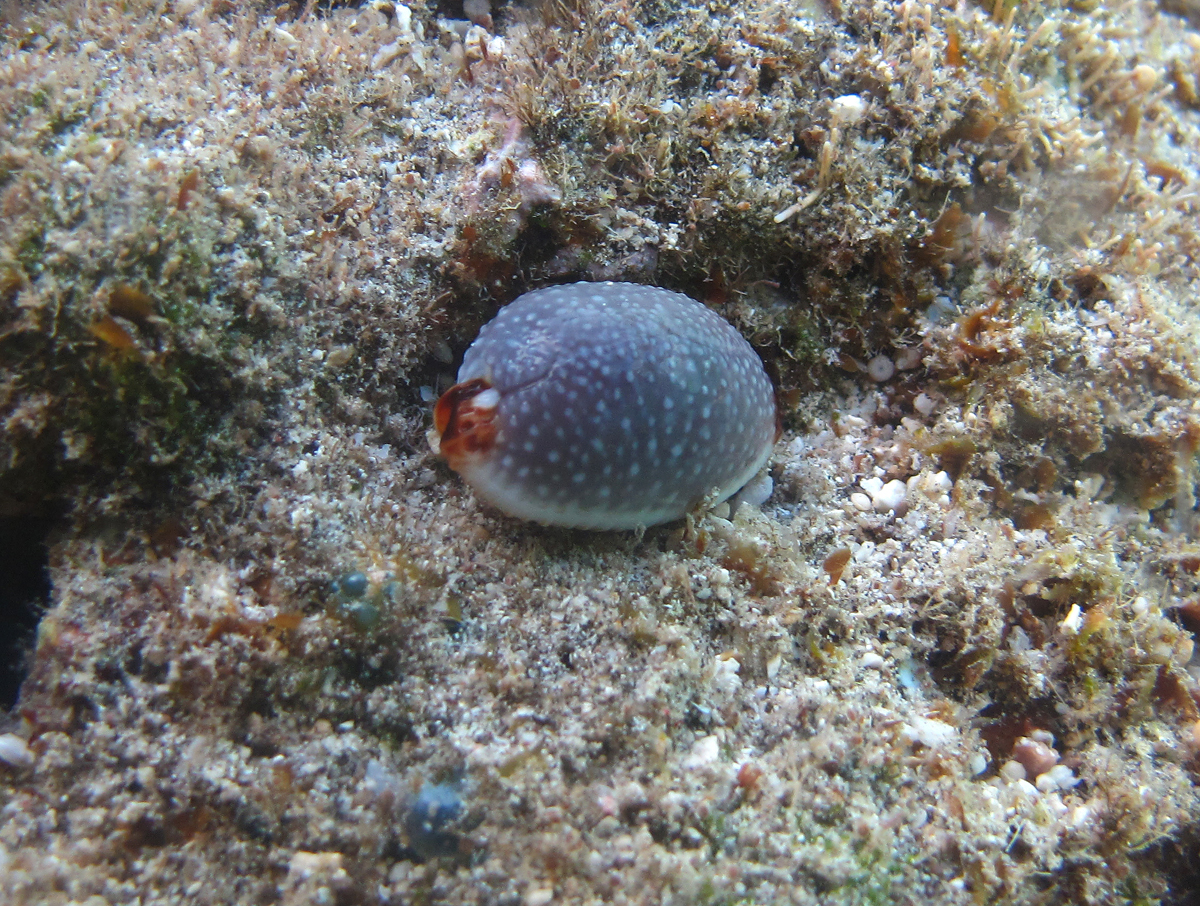
Staphylaea staphylaea (rare)
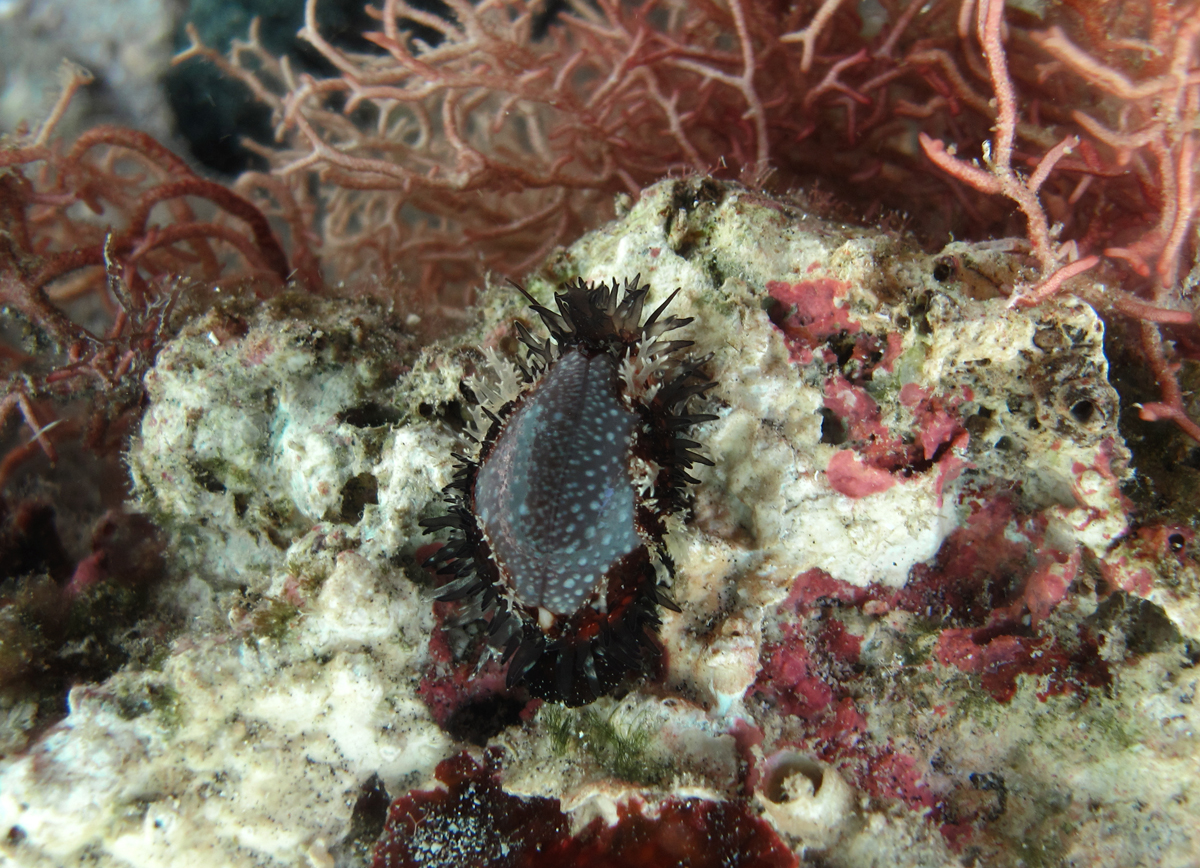
Staphylaea staphylaea laevigata
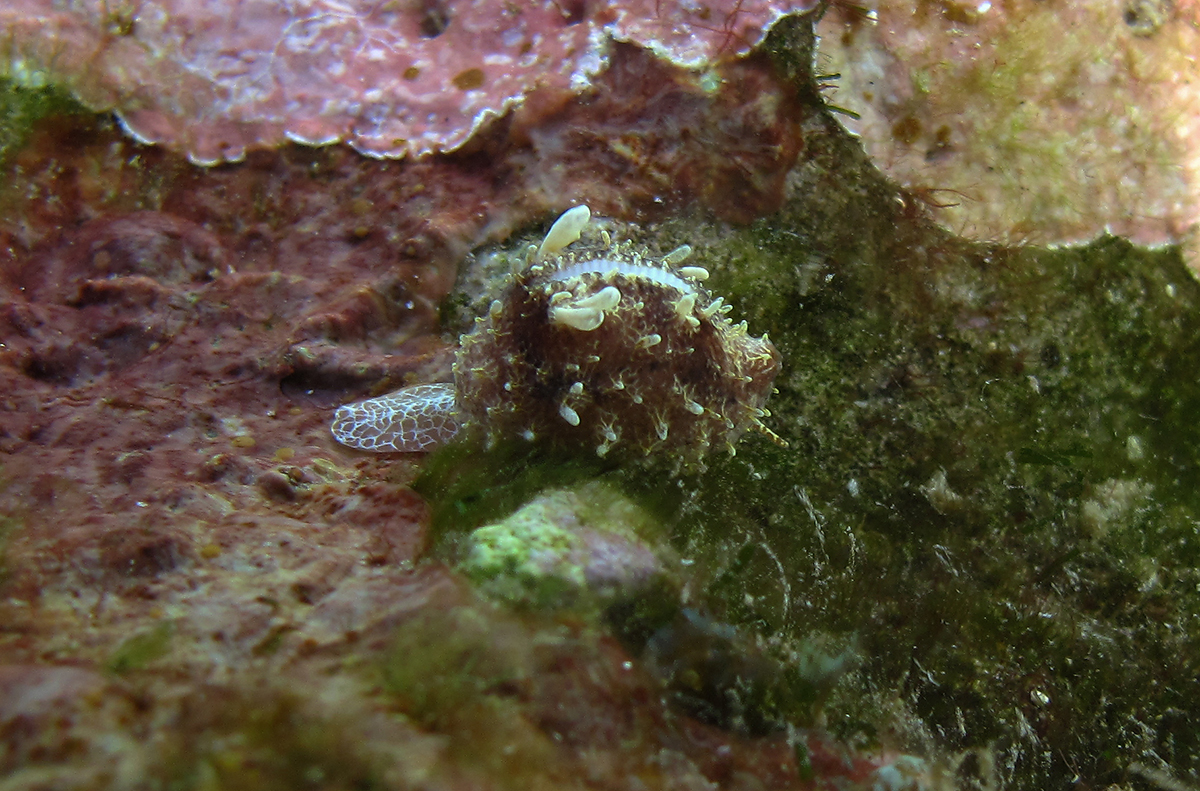
Trivirostra oryza, du groupe frère des porcelaines, les Triviidae.

Les strombes
La famille des Strombidae comprend 23 genres et 89 espèces actuelles. Leur coquille épaisse et lourde ménage deux plis pour les longs pédoncules oculaires, qui leur permettent de surveiller les alentours à l’abri. La majorité vit dans les mers chaudes, mais on en rencontre aussi dans des eaux tempérées. À la différence des autres gastéropodes, ils progressent par petits sauts au moyen d’un opercule corné en forme de faux, denticulée ou non. Ils sont herbivores et détritivores occasionnels. 24 espèces de strombes sont recensées à La Réunion.

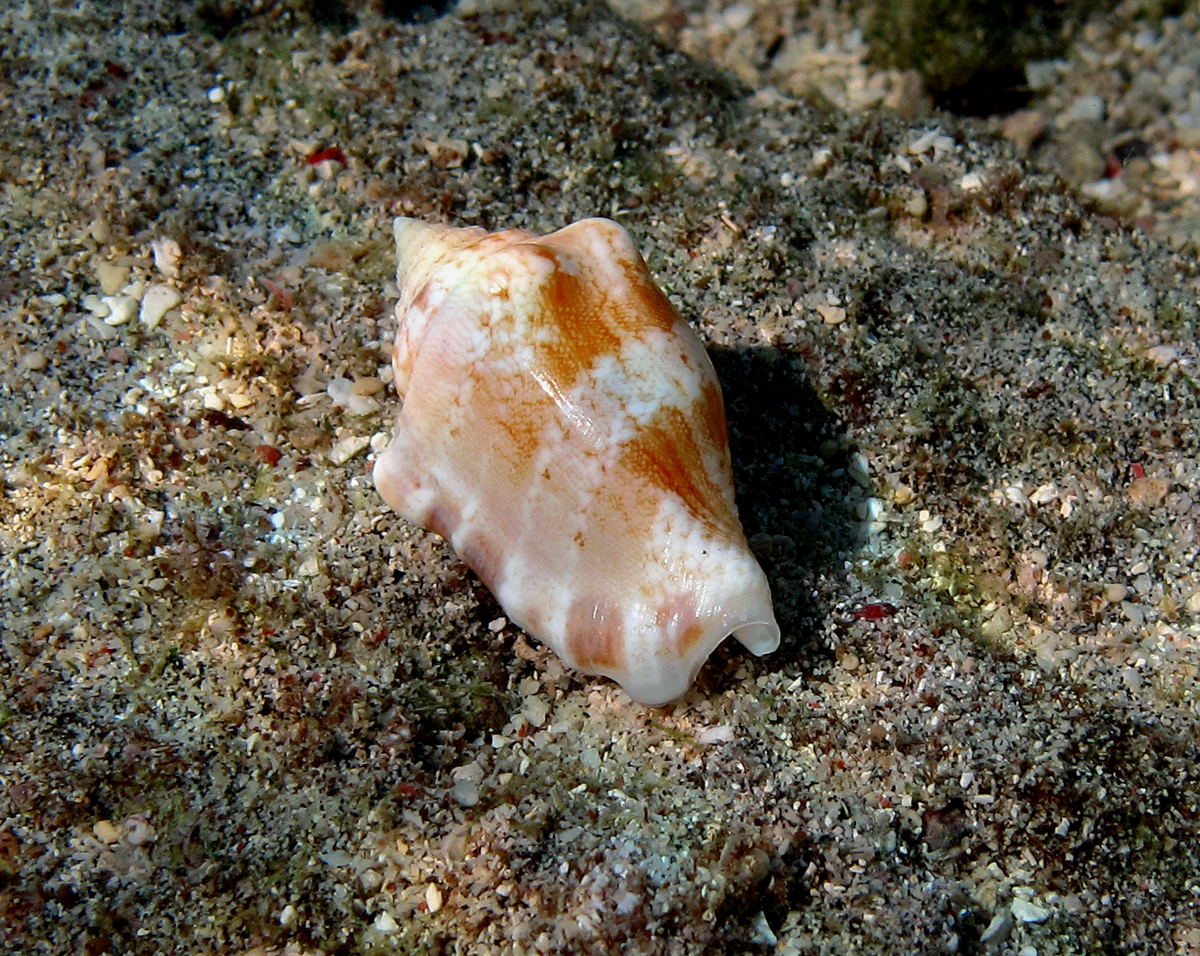
Canarium mutabile
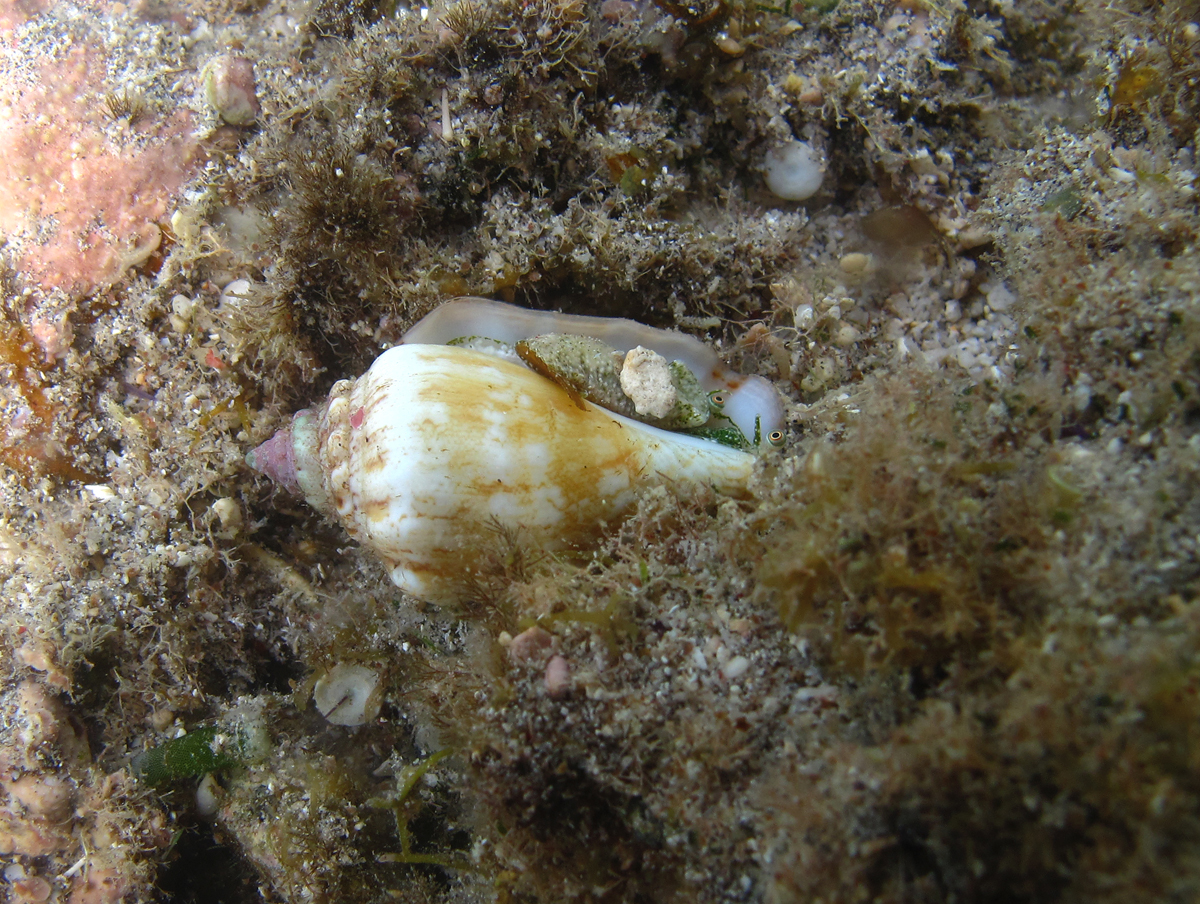
Canarium ochroglottis
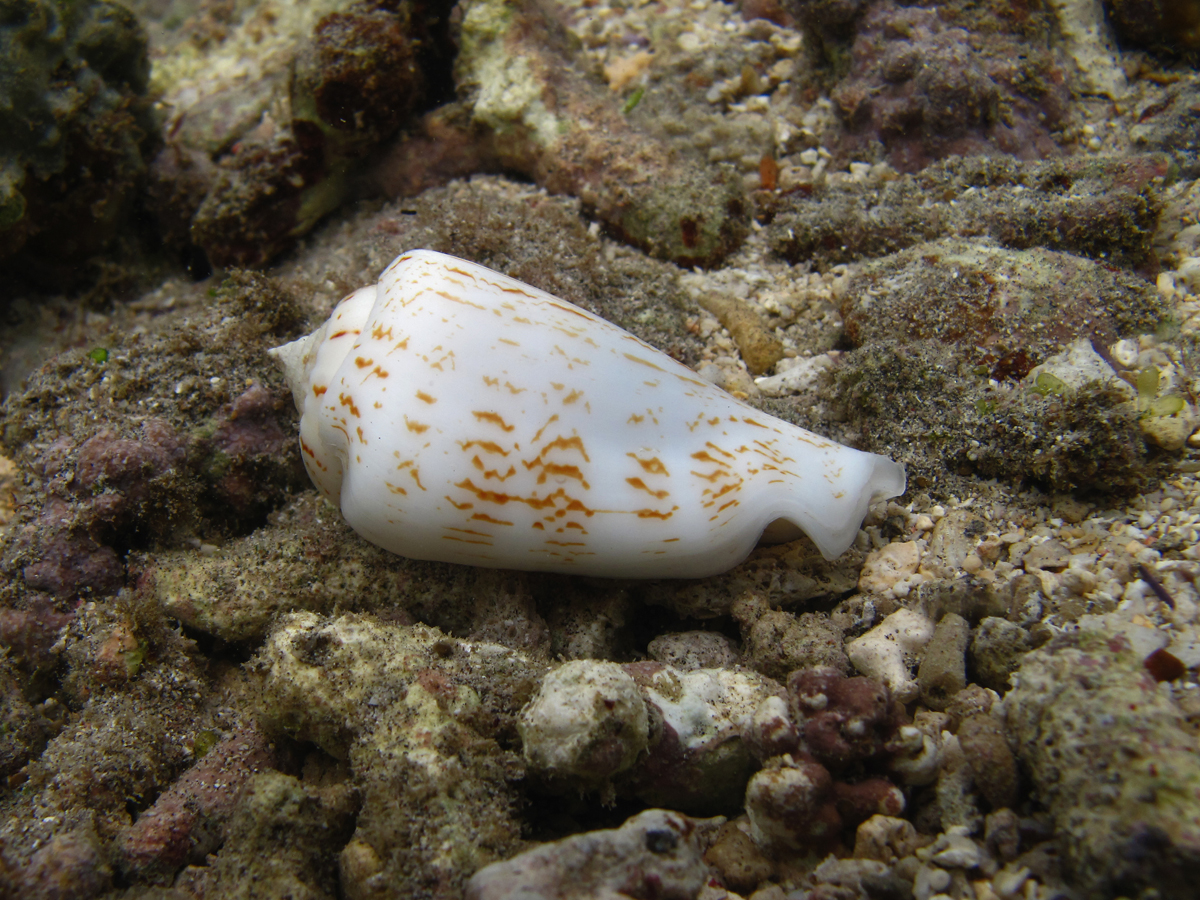
Conomurex decorus
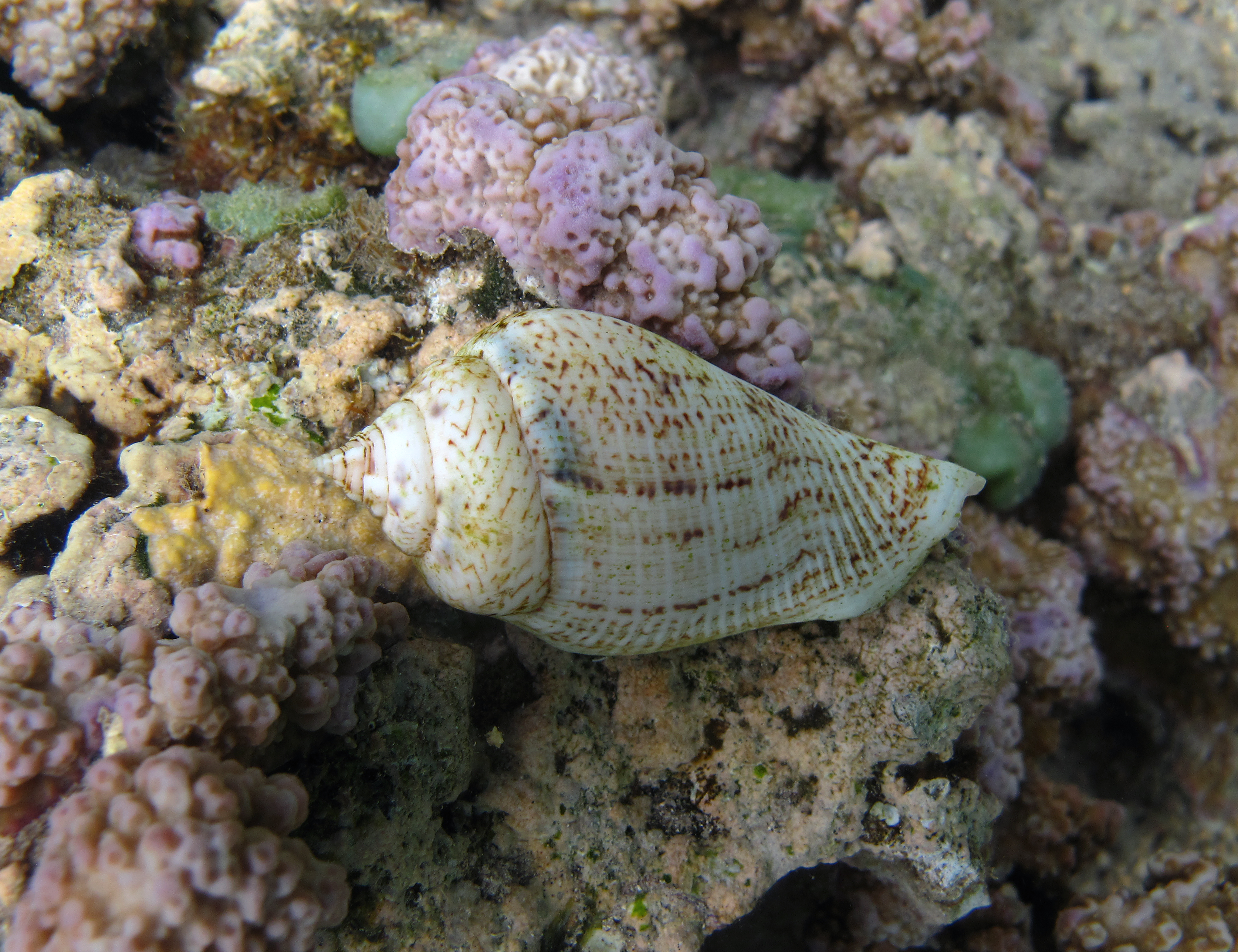
Gibberulus gibberulus
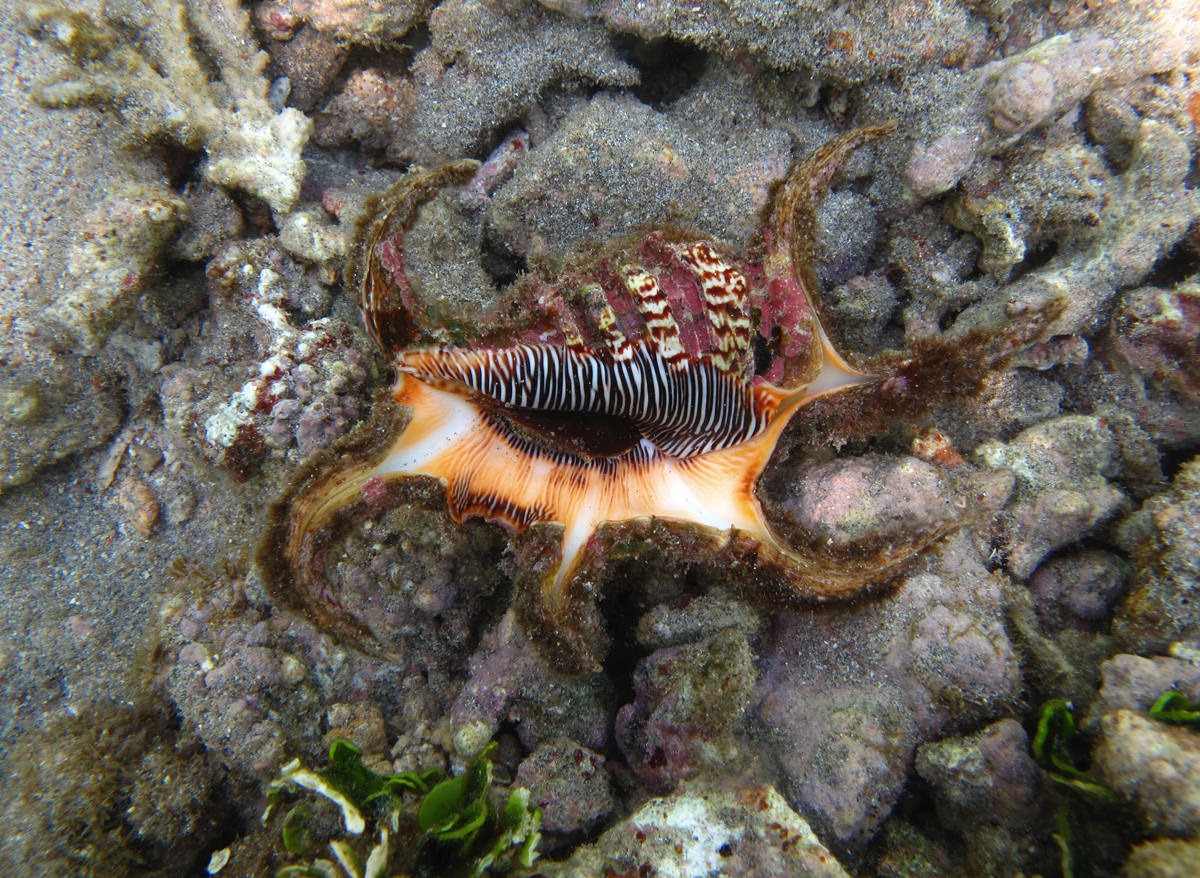
Harpago arthriticus
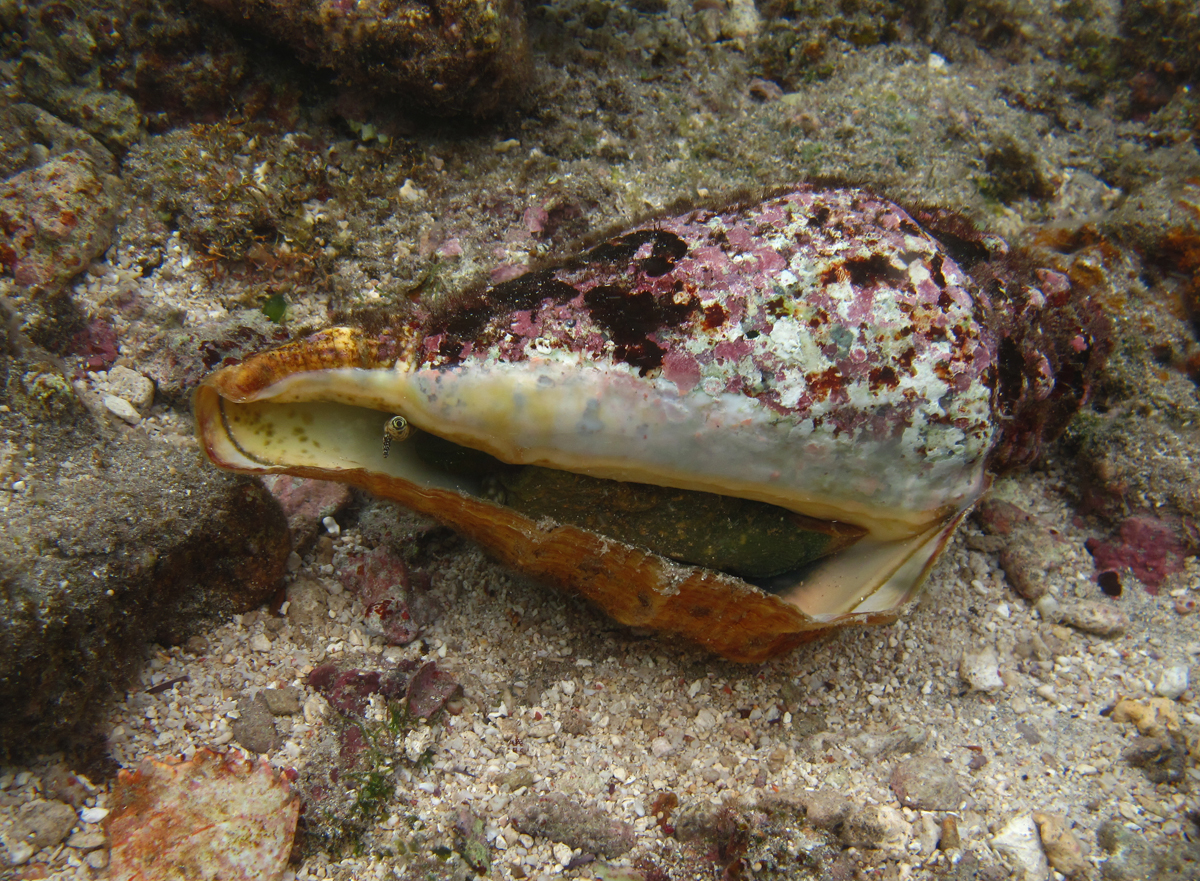
Une jeune conque-araignée géante (Lambis truncata)
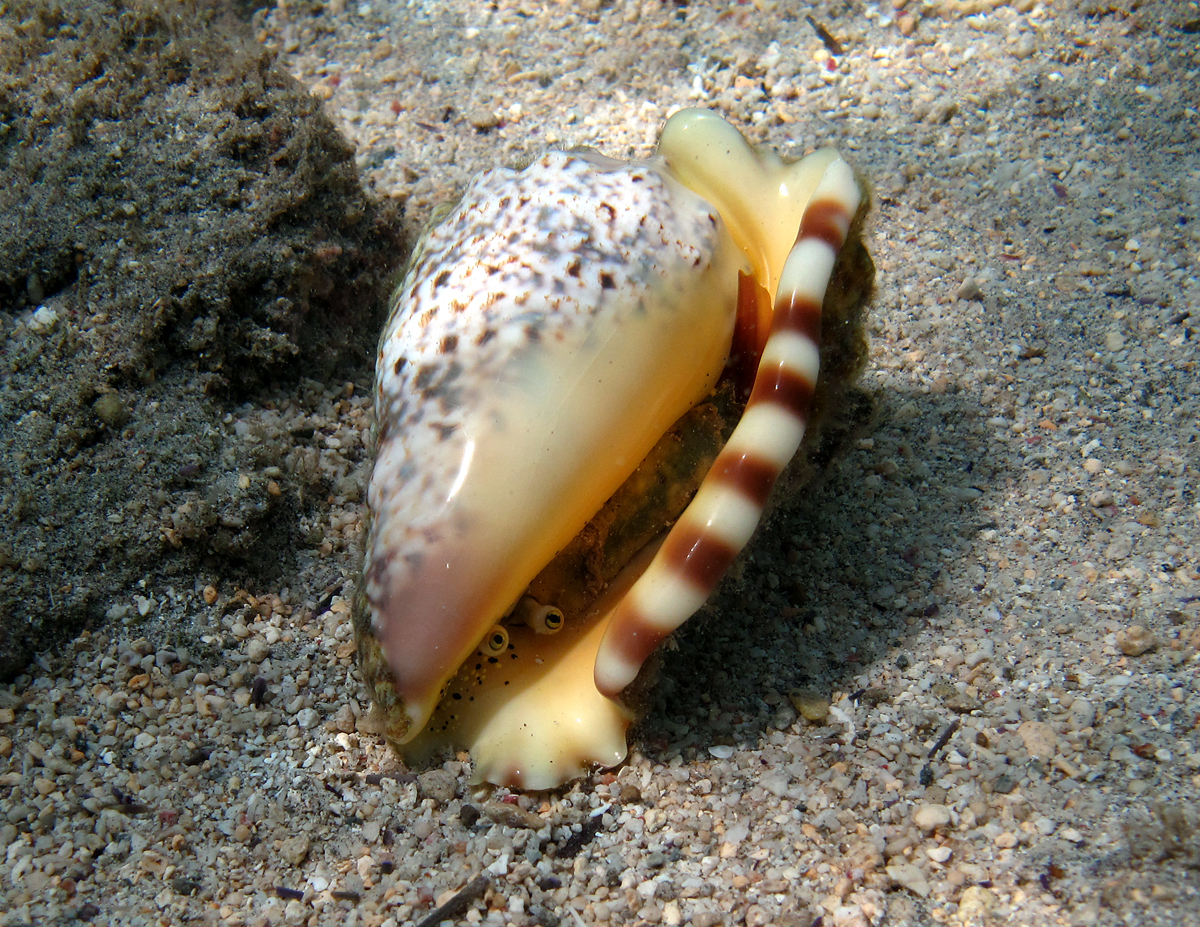
Strombe lentigineux (Lentigo lentiginosus)

autres Littorinimorpha

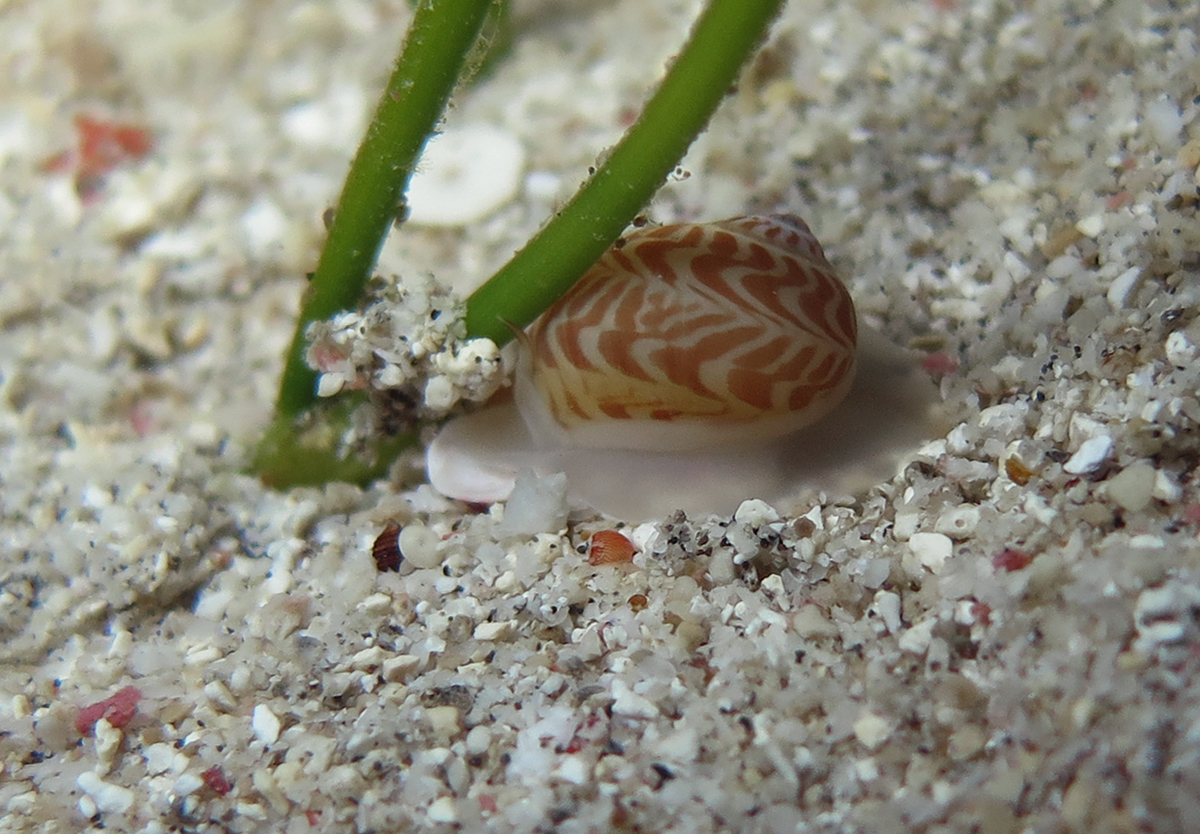
jeune Tanea euzona (très rare)
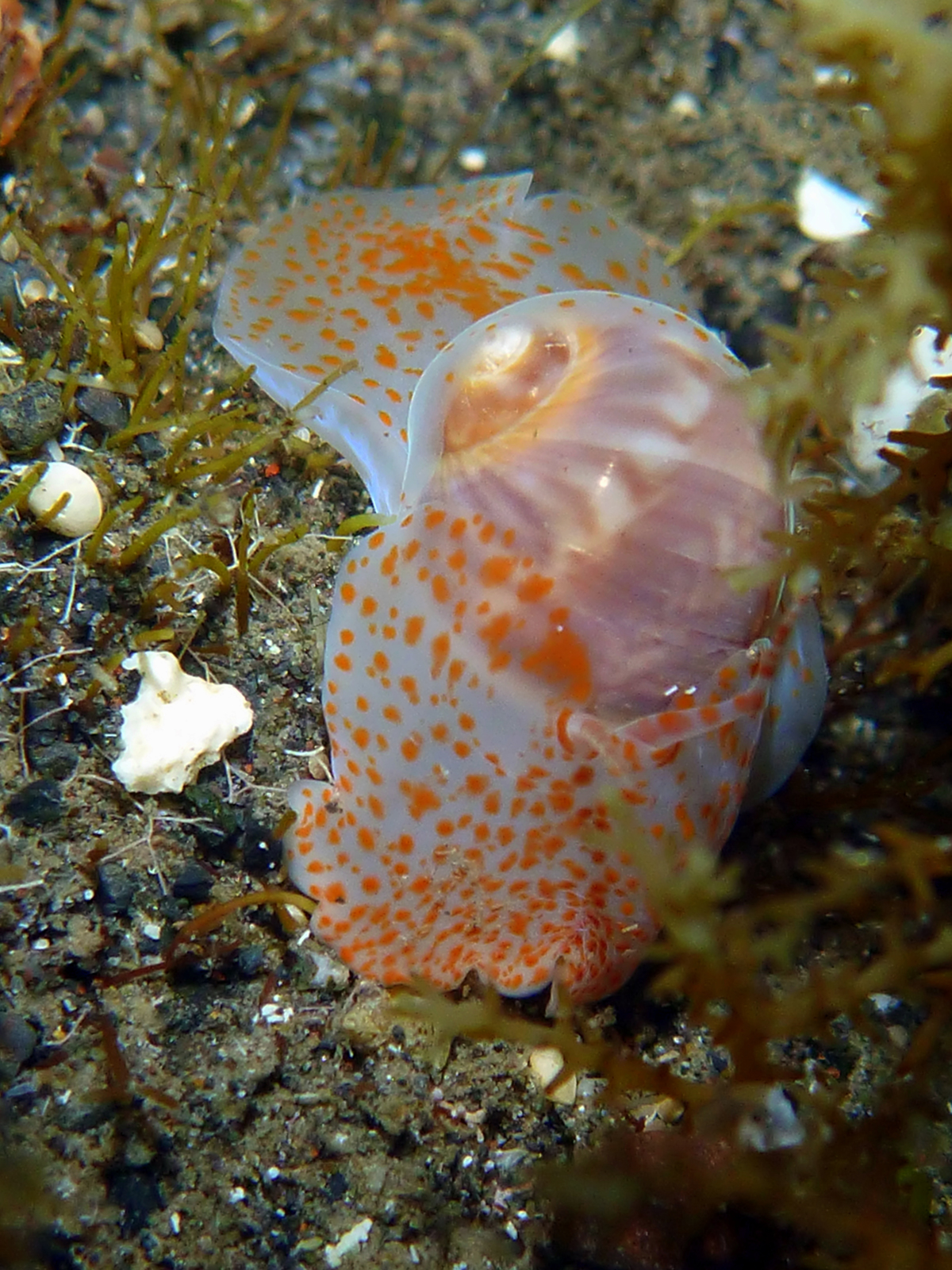
Tanea sp.
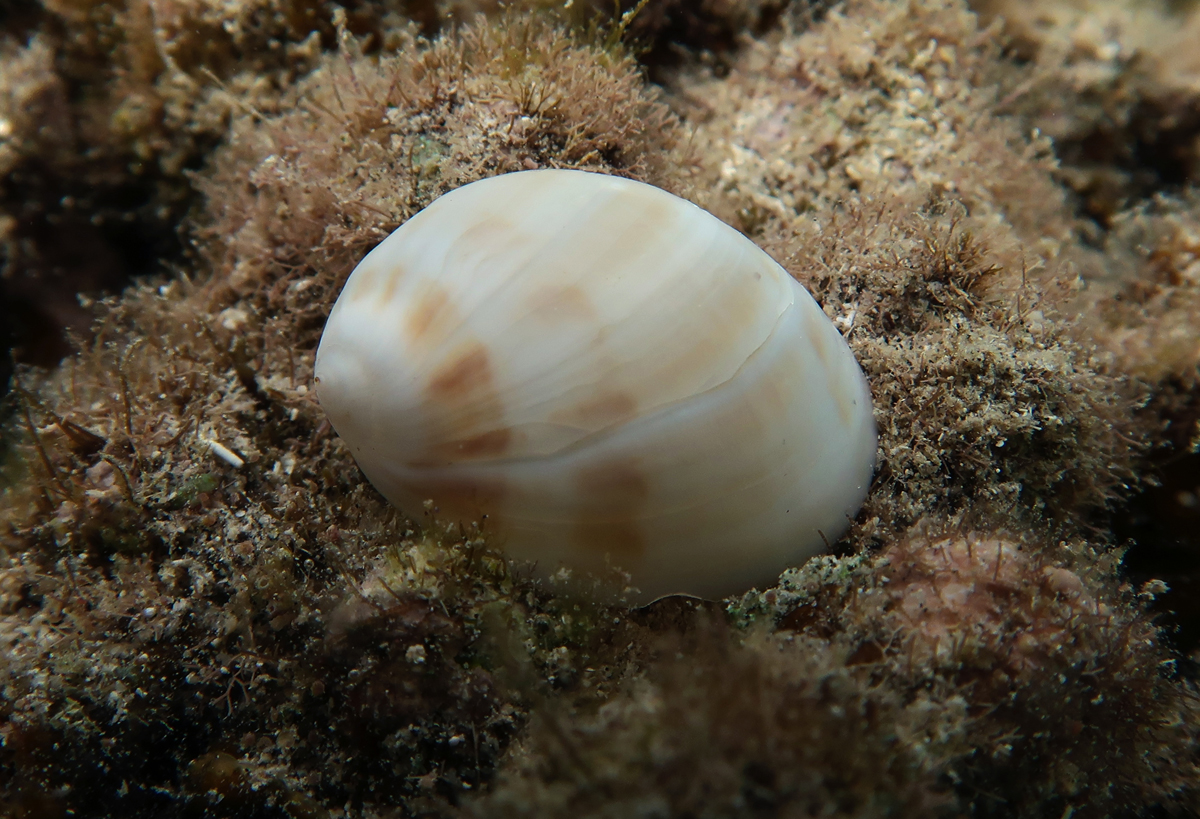
Mammilla melanostoma
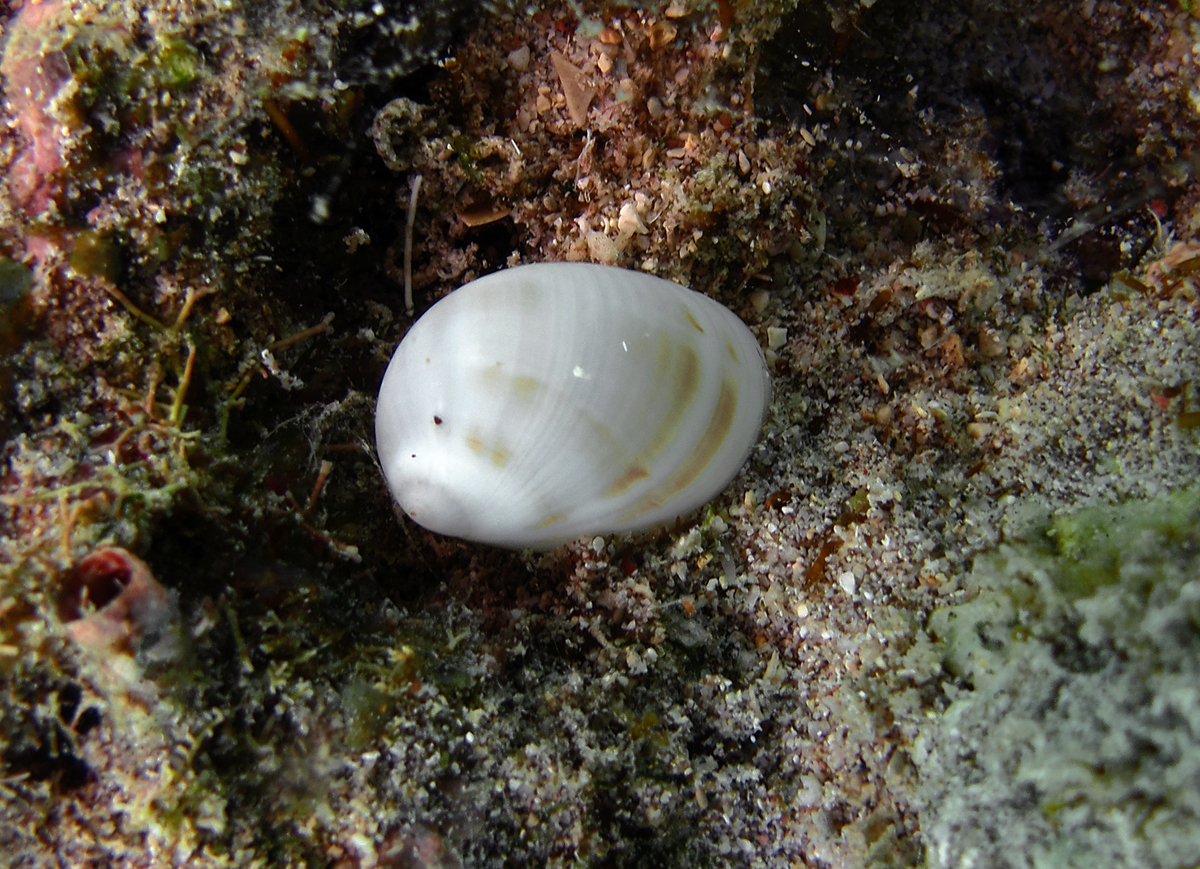
Mammilla melanostomoides (très rare)
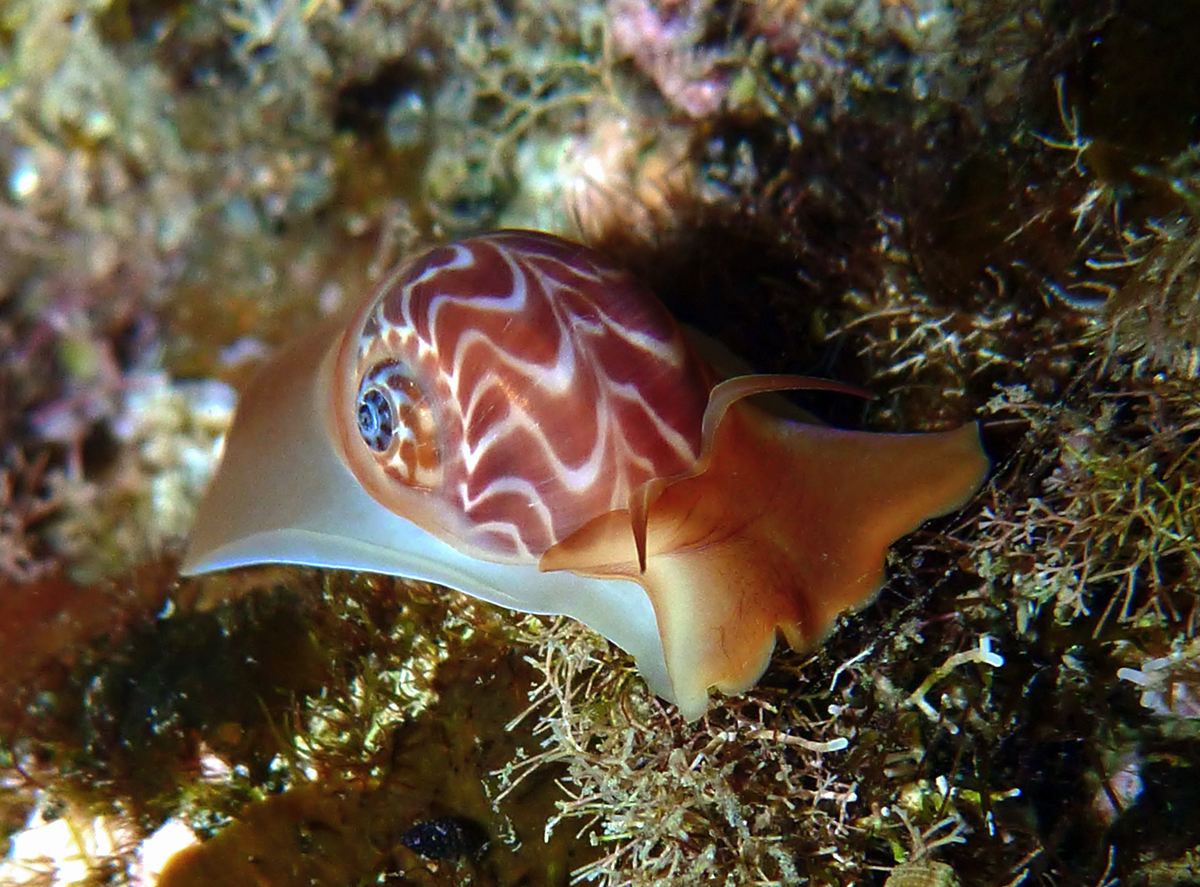
Tectonatica violacea
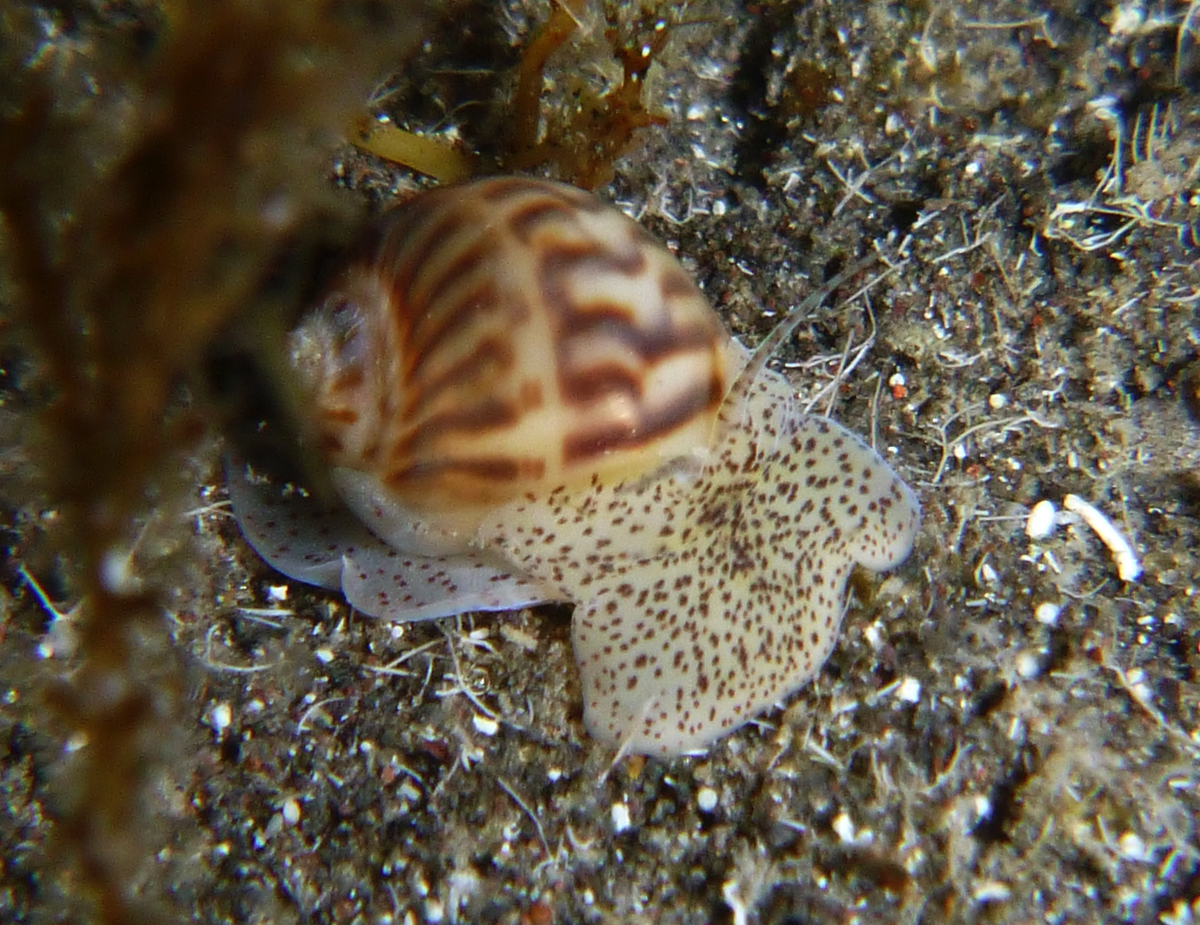
Notocochlis gualteriana
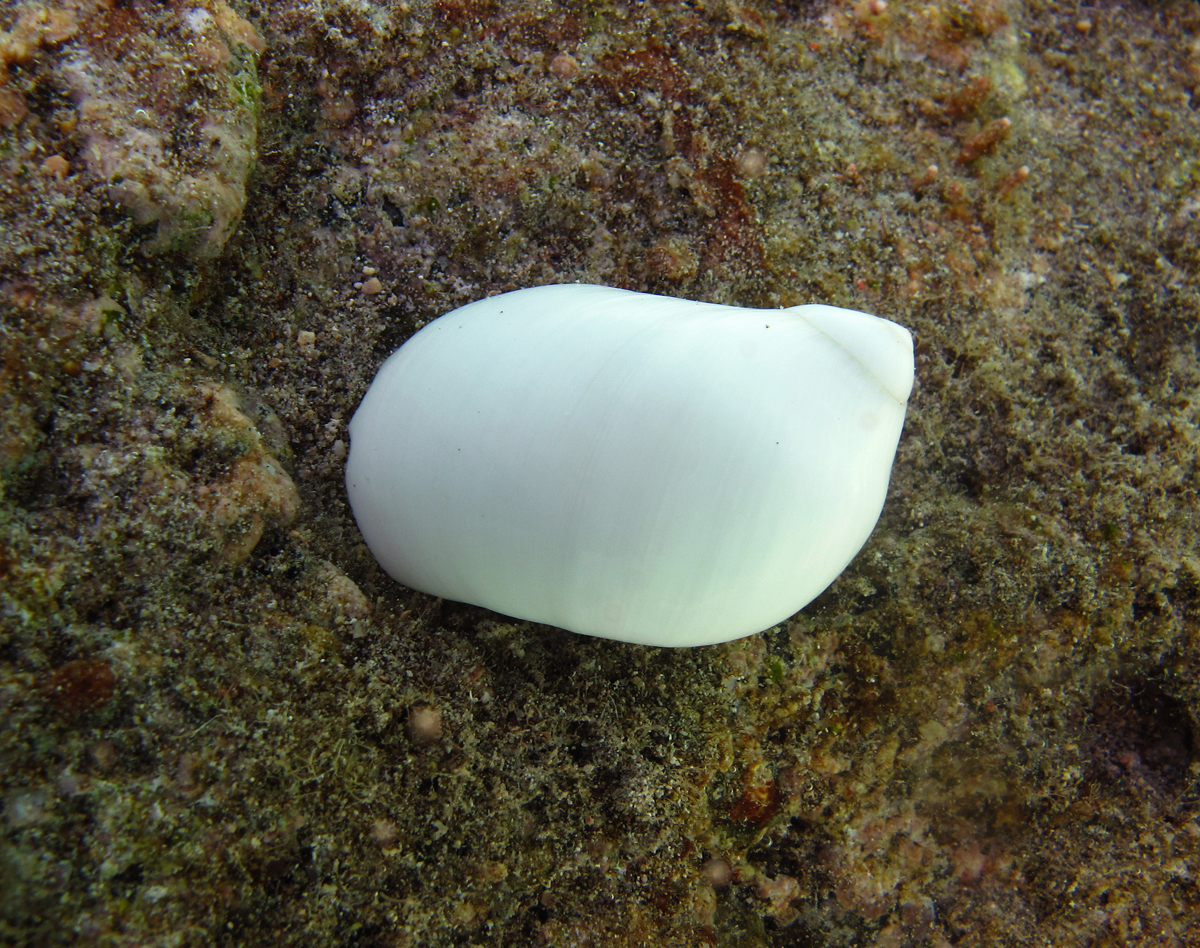
Polinices mammilla
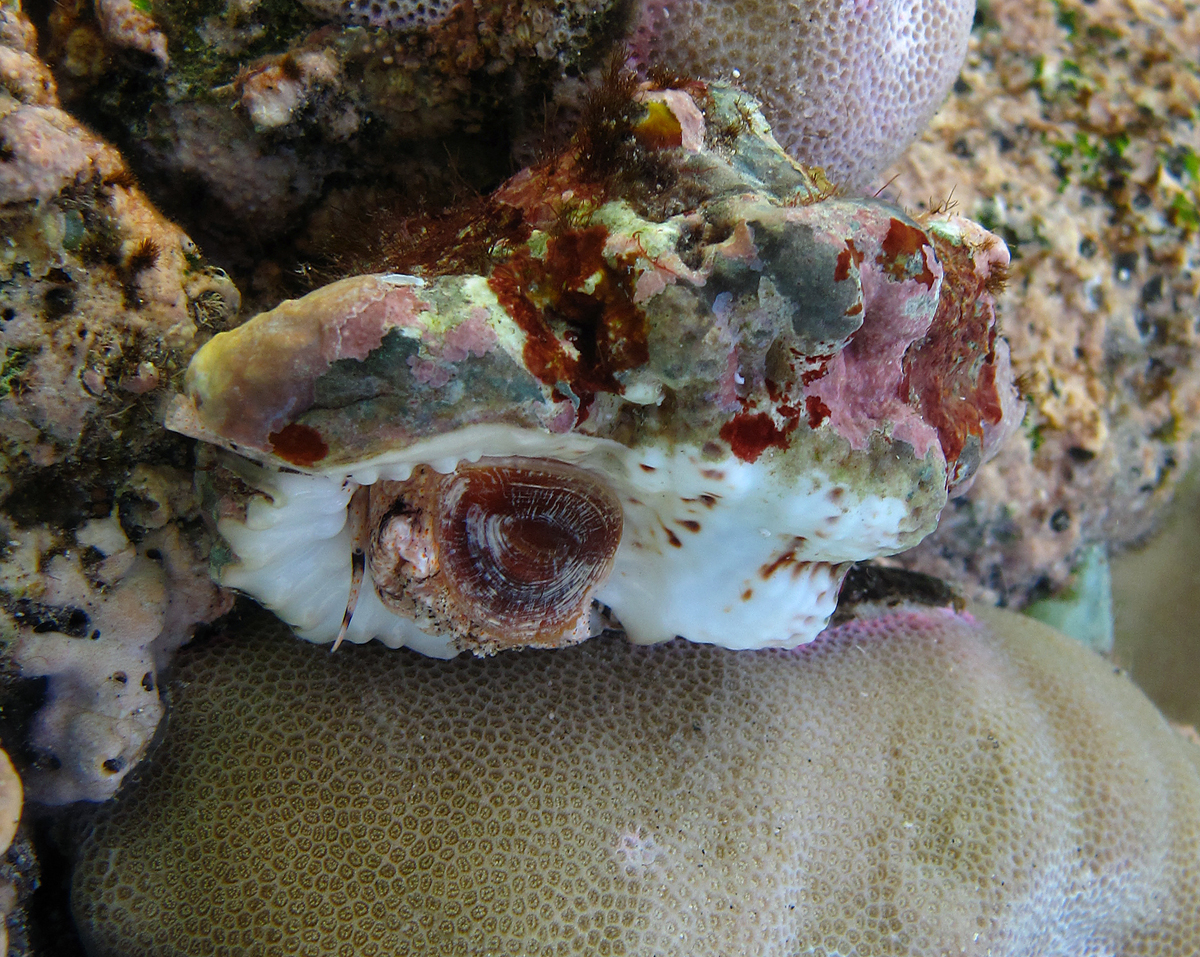
Bursa bufonia
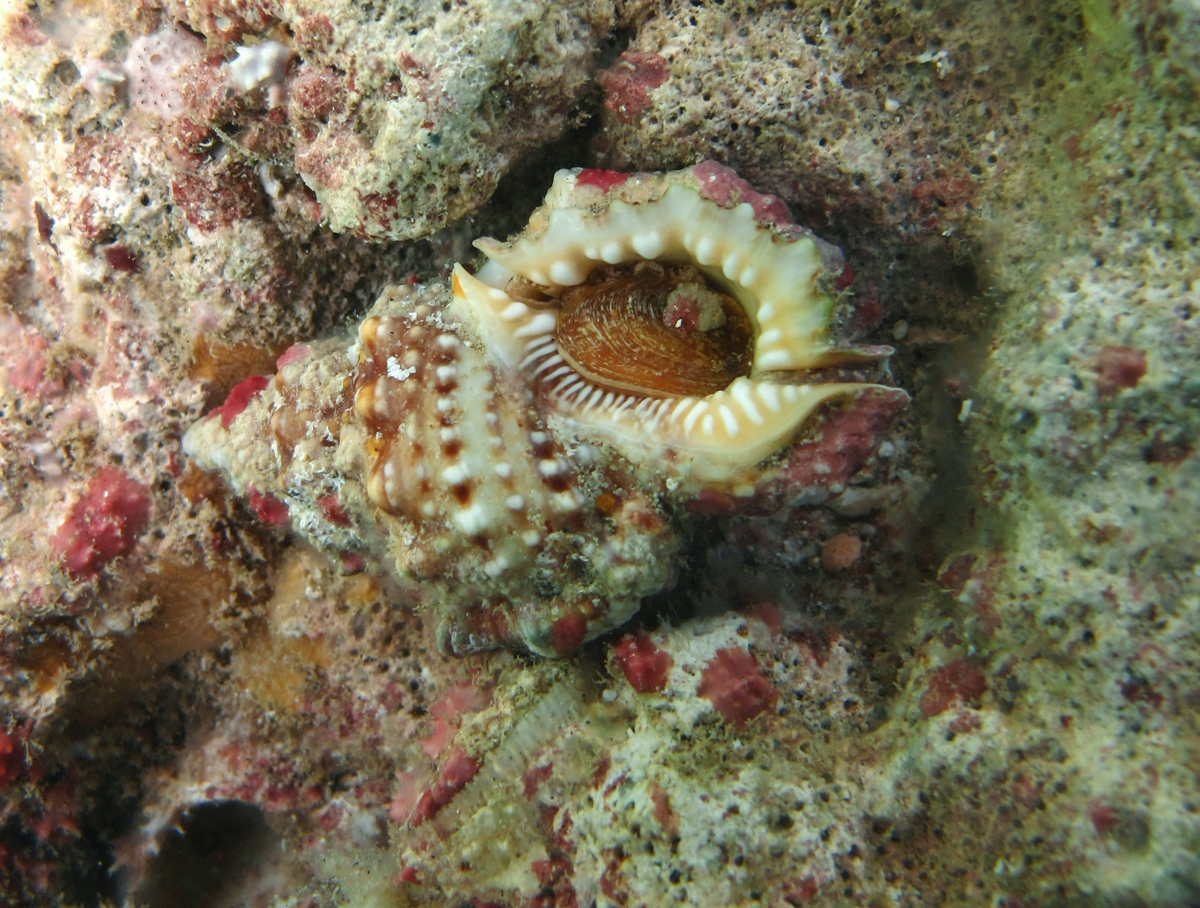
Bursa granularis
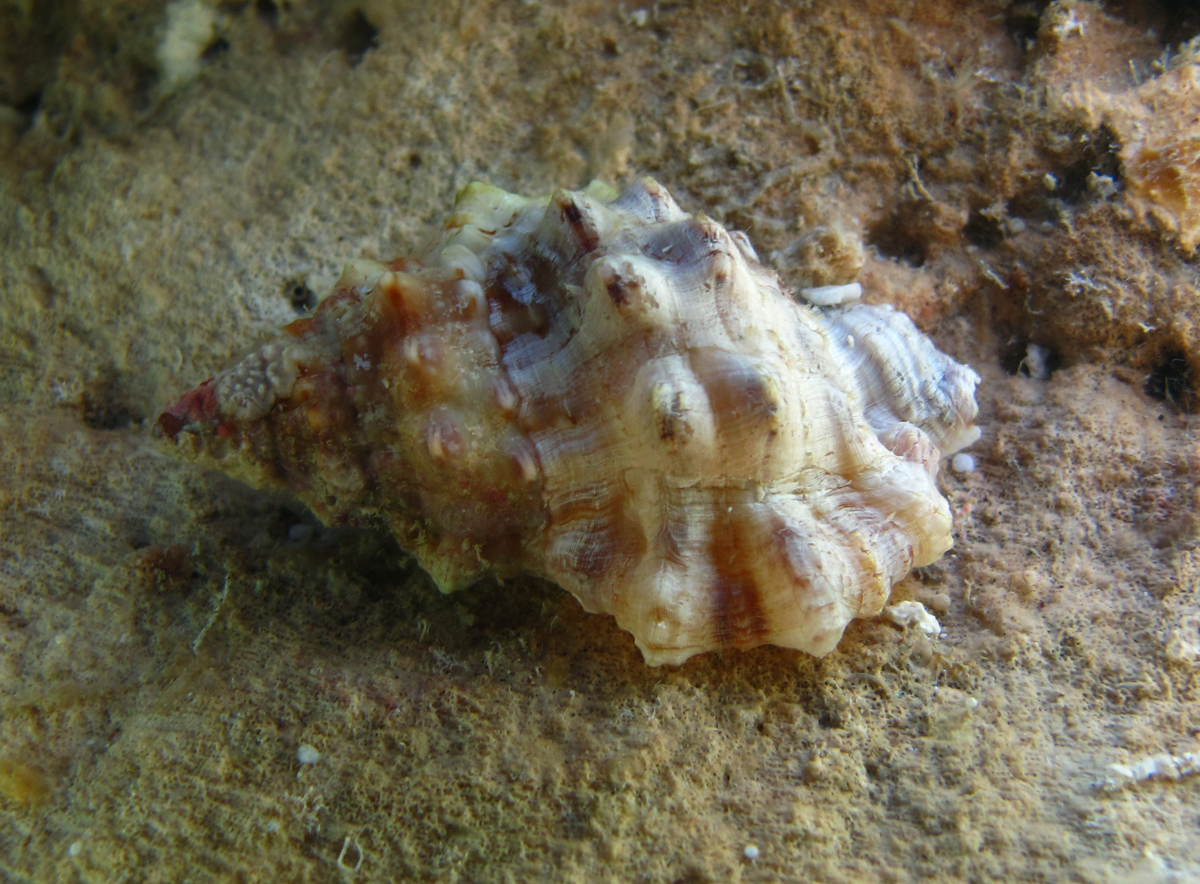
Bursa rhodostoma (immature)
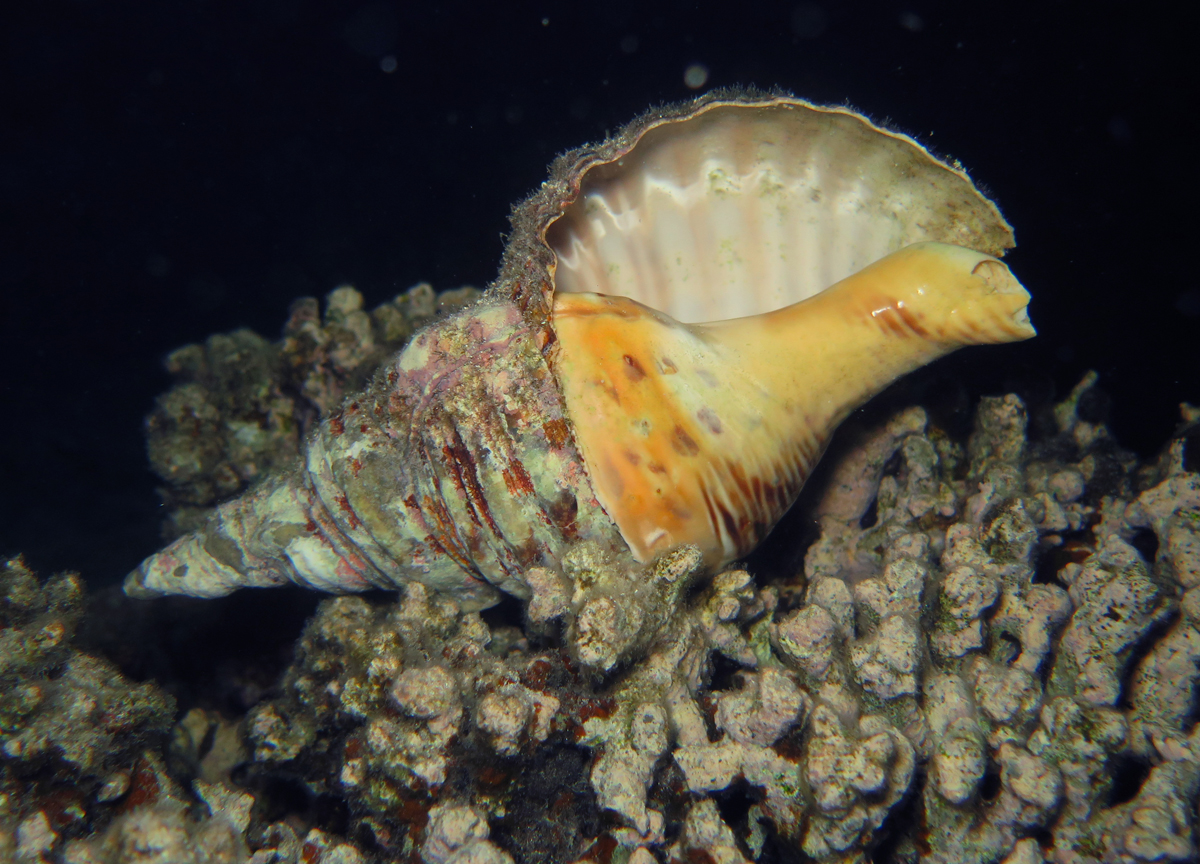
Triton géant (Charonia tritonis)
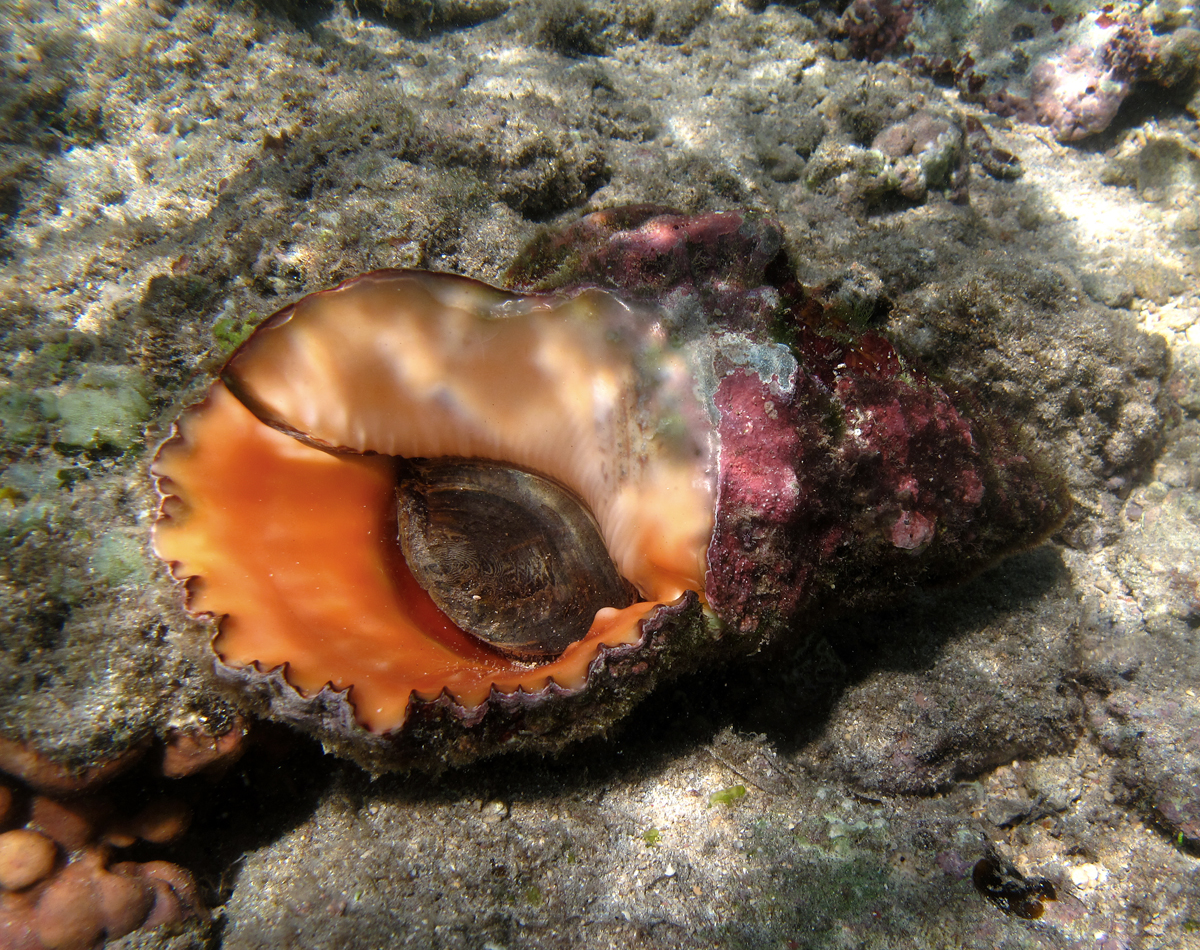
Une ranelle géante (Tutufa bubo)
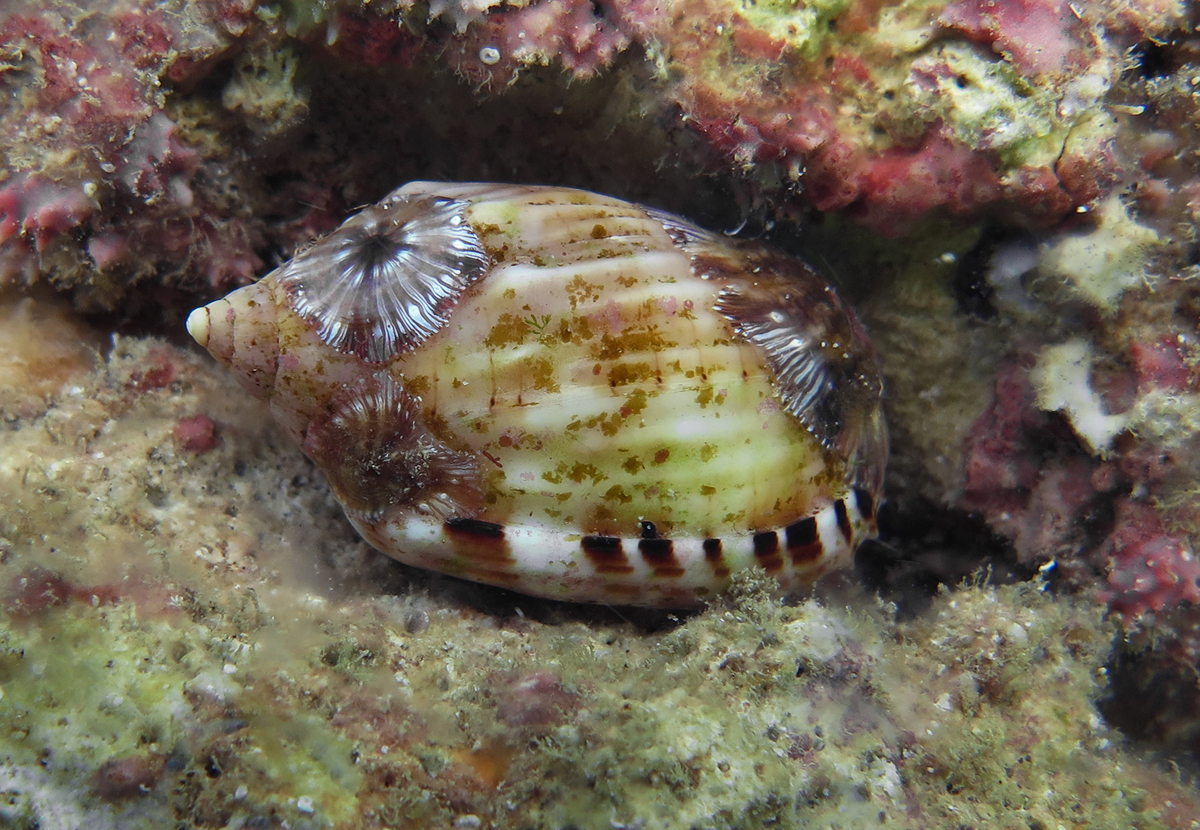
Casmaria erinaceus
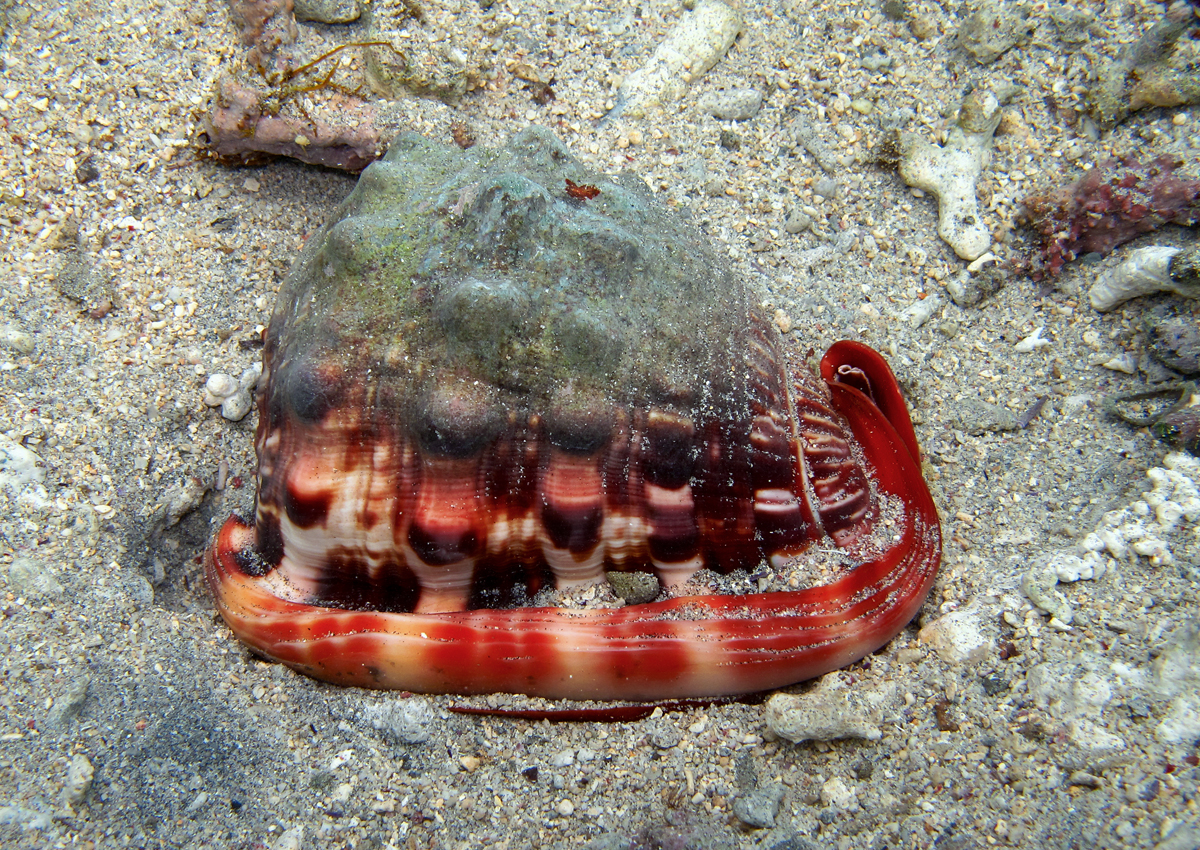
Casque rouge (Cypraecassis rufa)
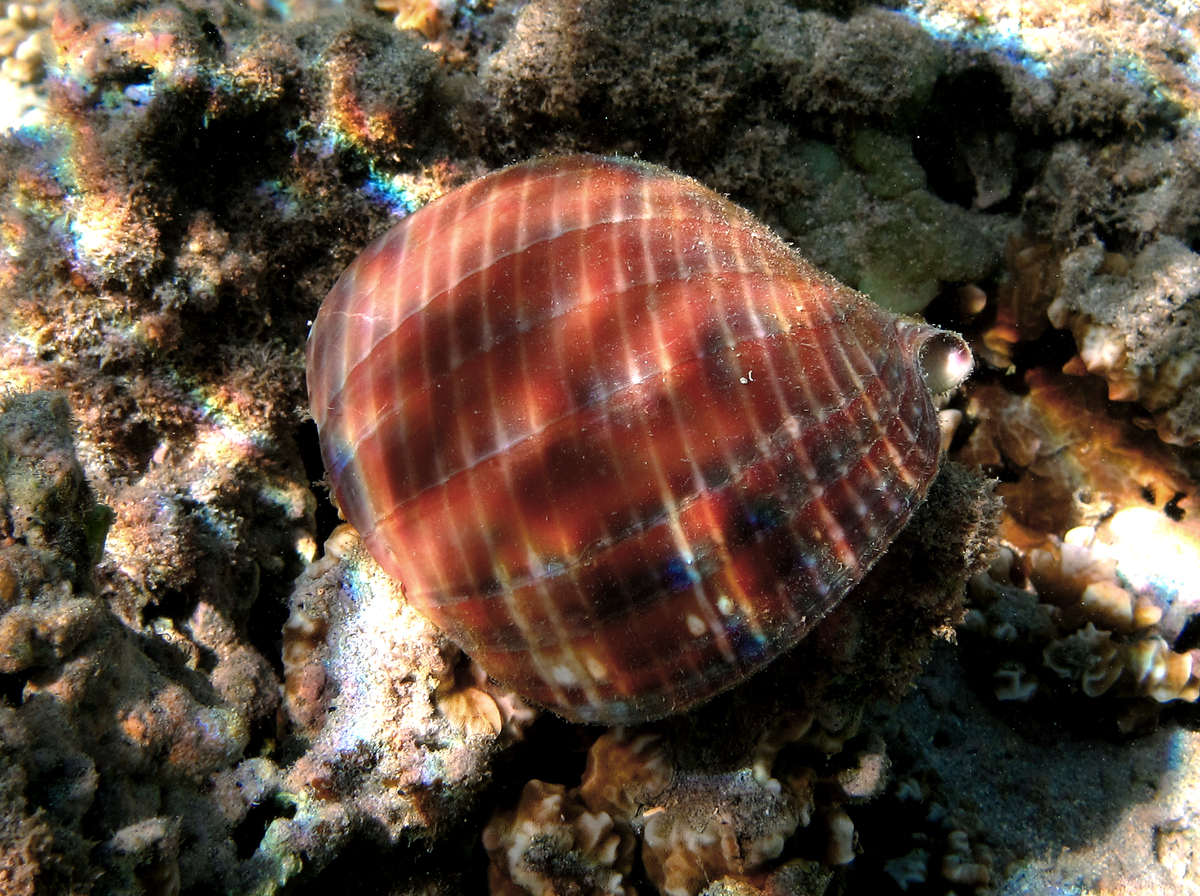
Tonna canaliculata
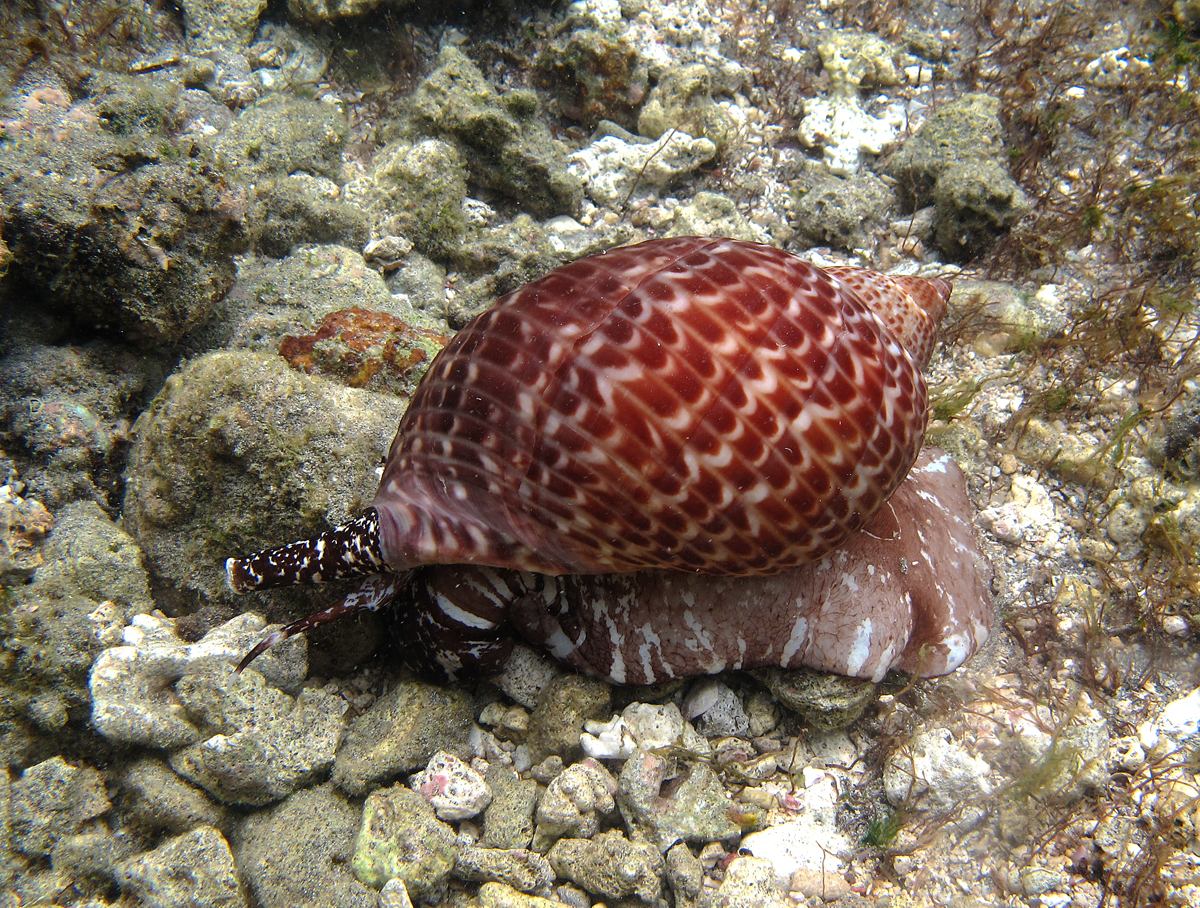
Tonne perdrix (Tonna perdix)
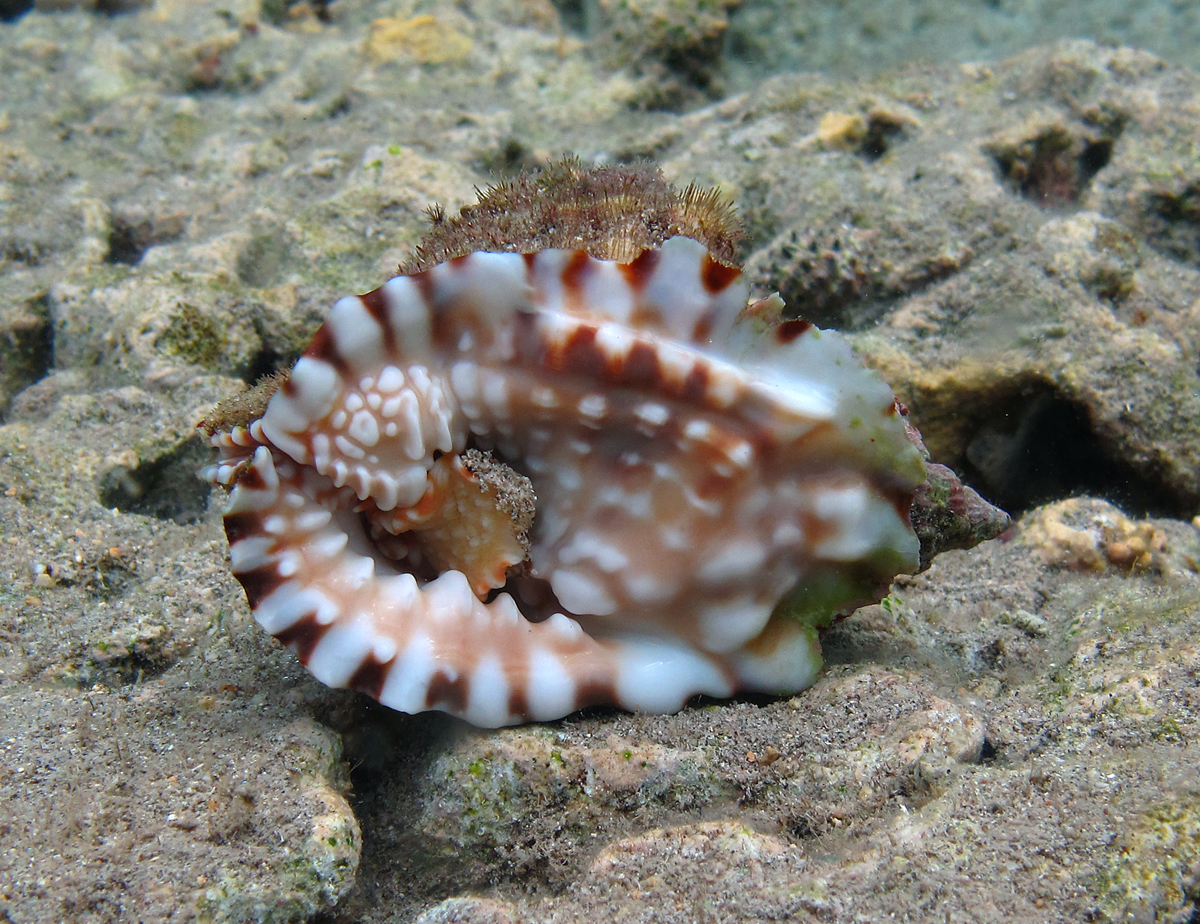
Distorsio anus
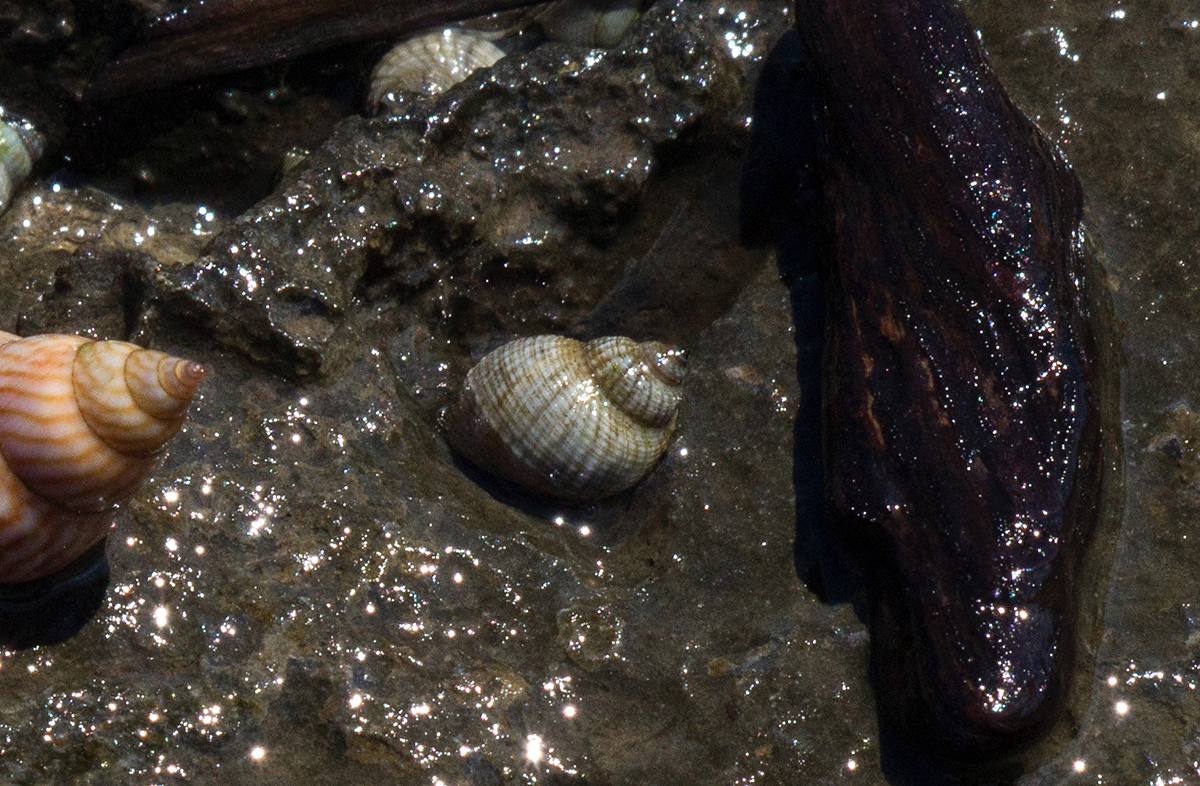
Echinolittorina millegrana
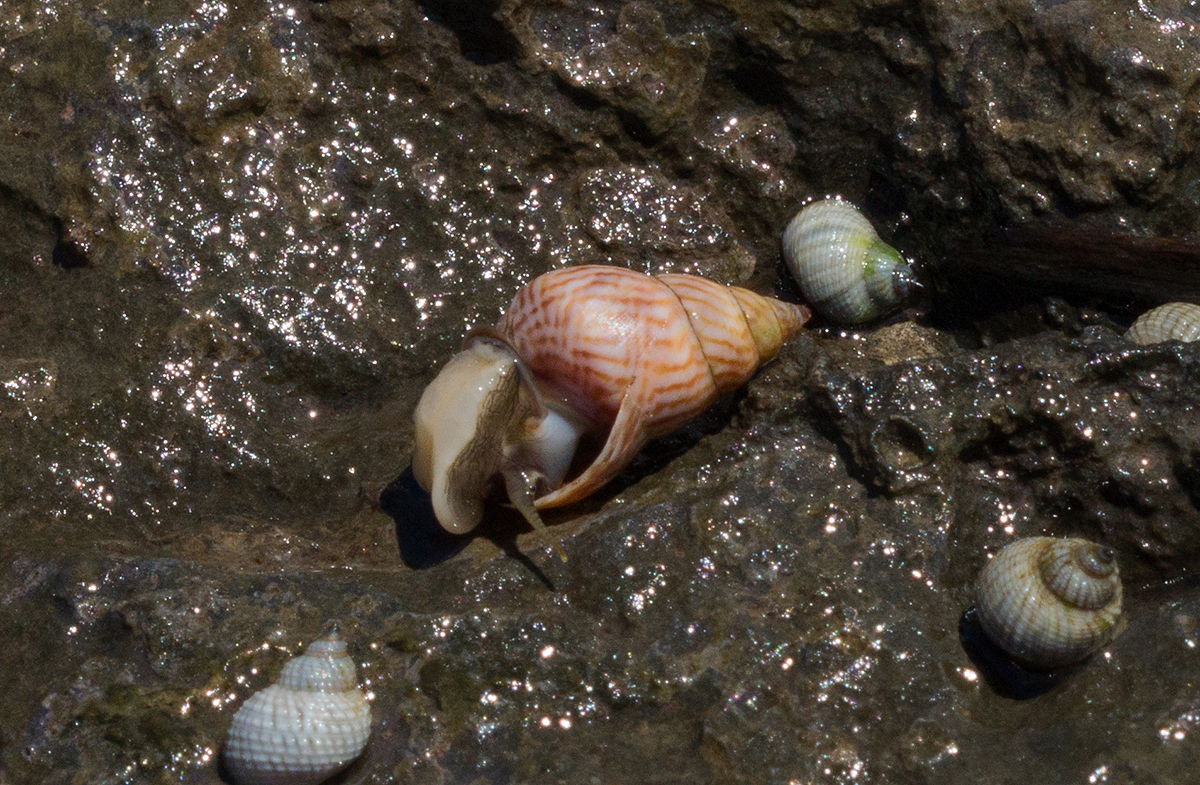
Littoraria coccinea glabrata
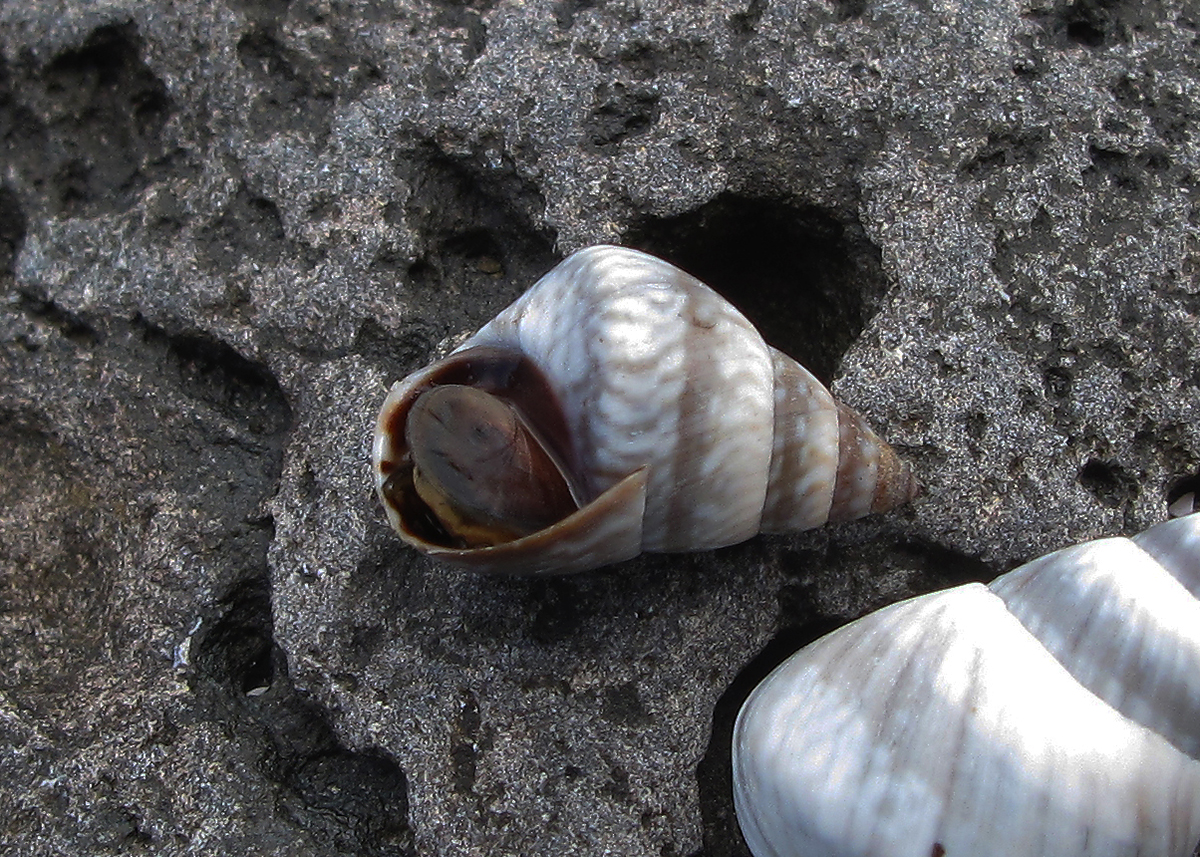
Littoraria mauritiana (plates-formes récifales de la côte basaltique)
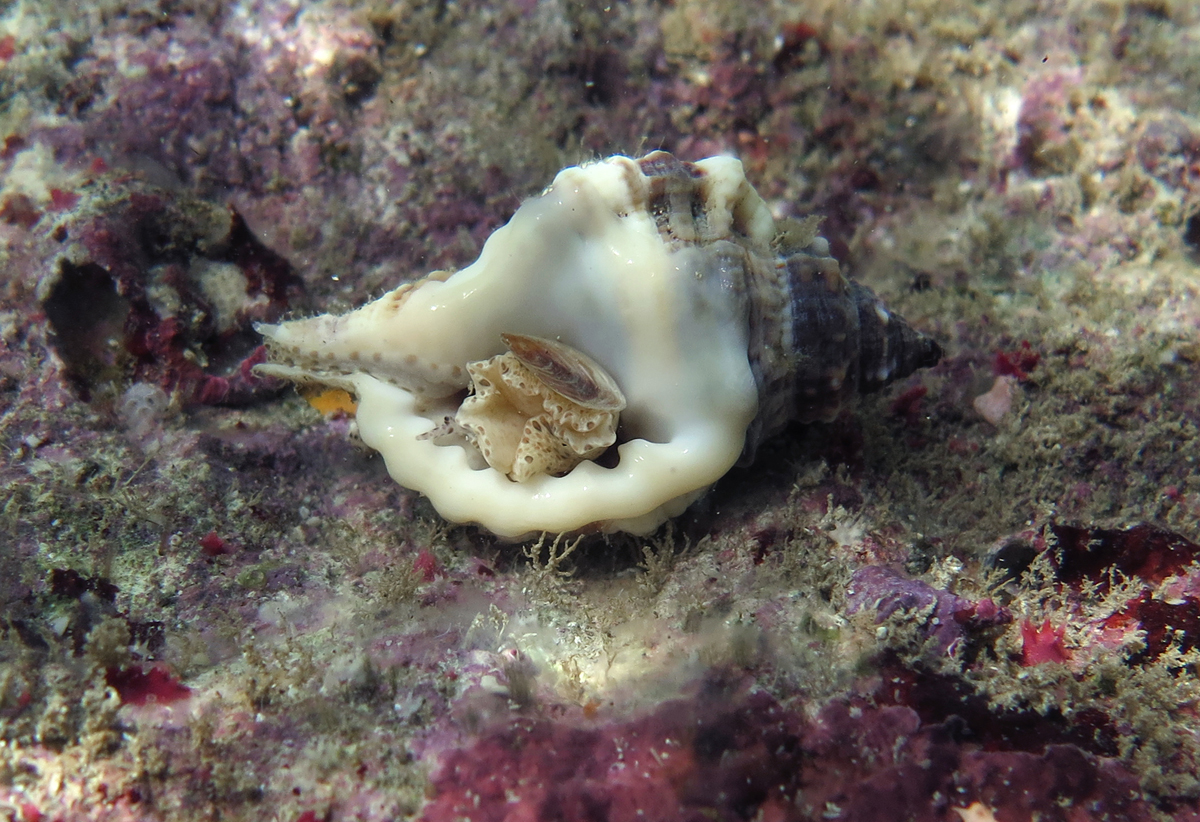
Gutturnium muricinum
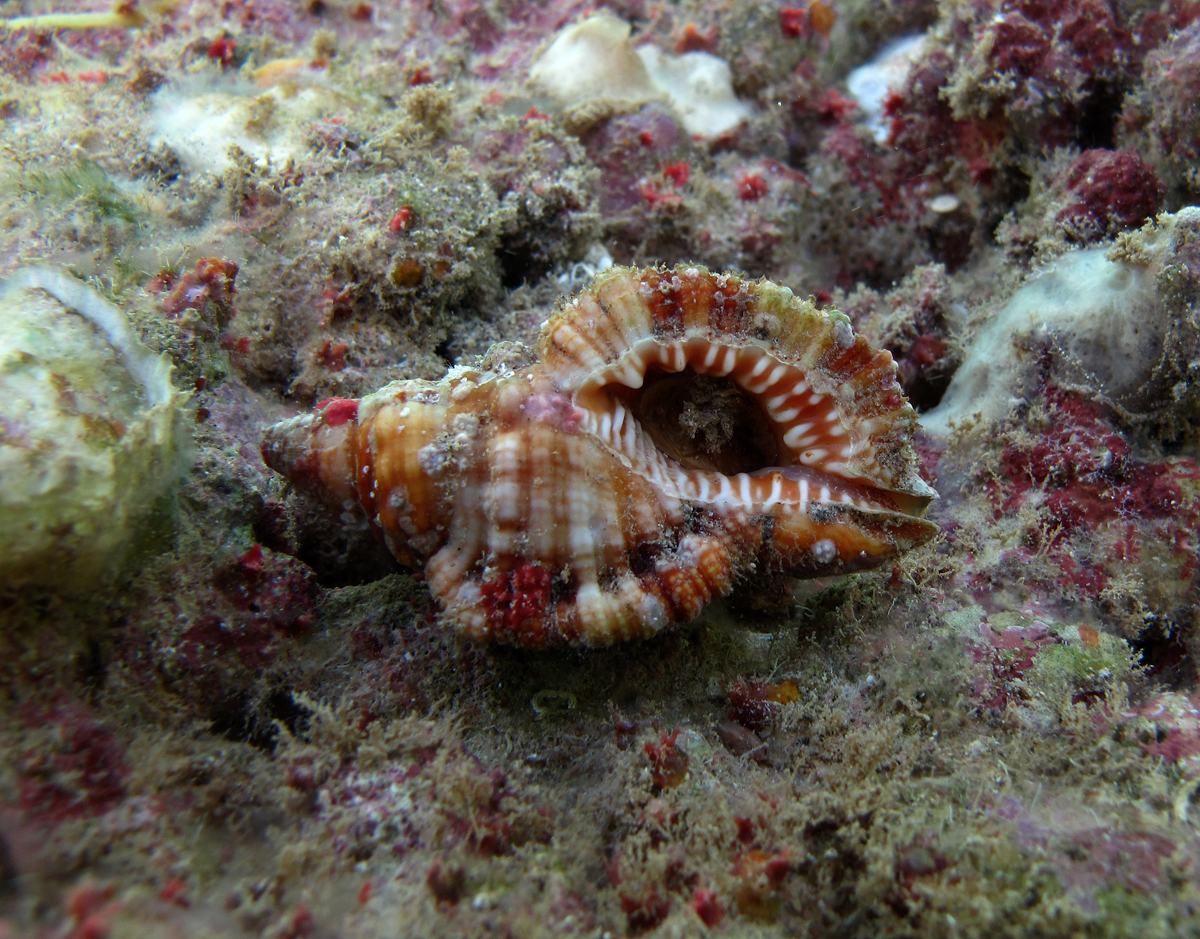
Monoplex aquatilis
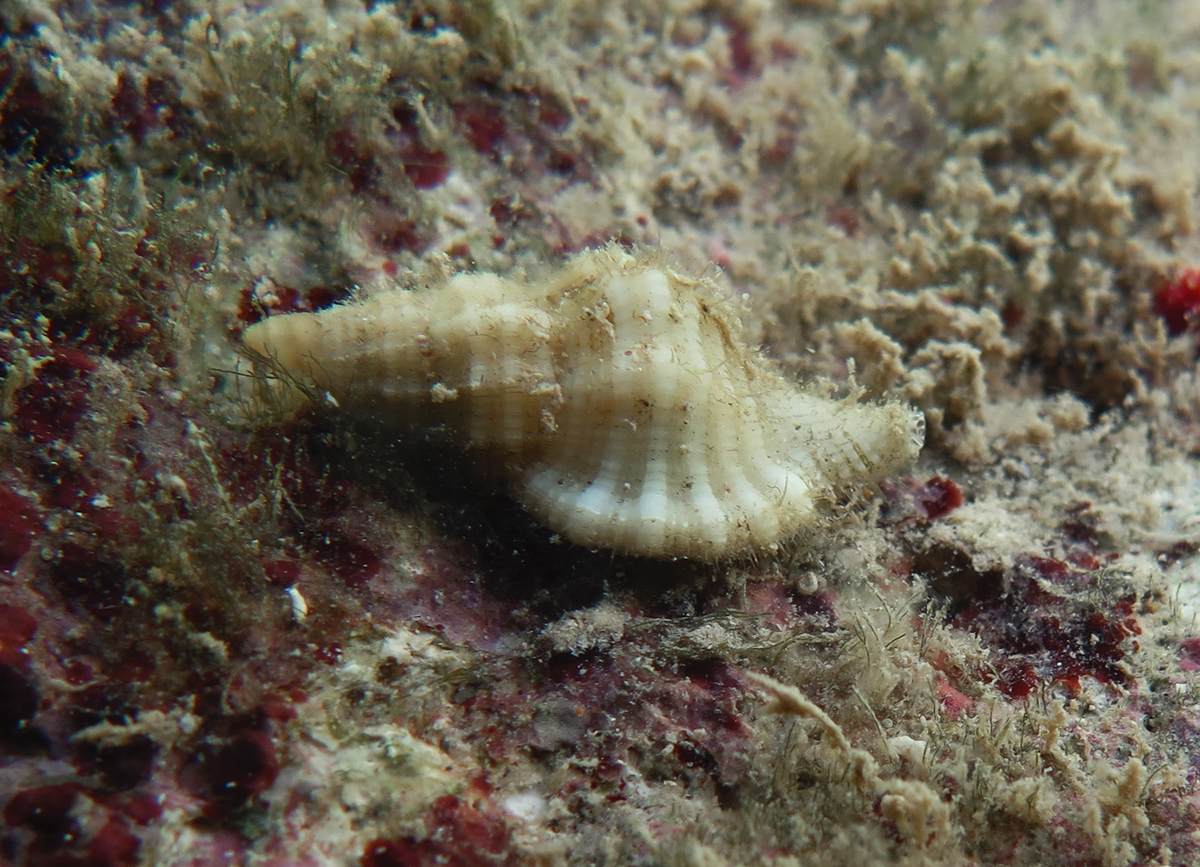
Monoplex mundus
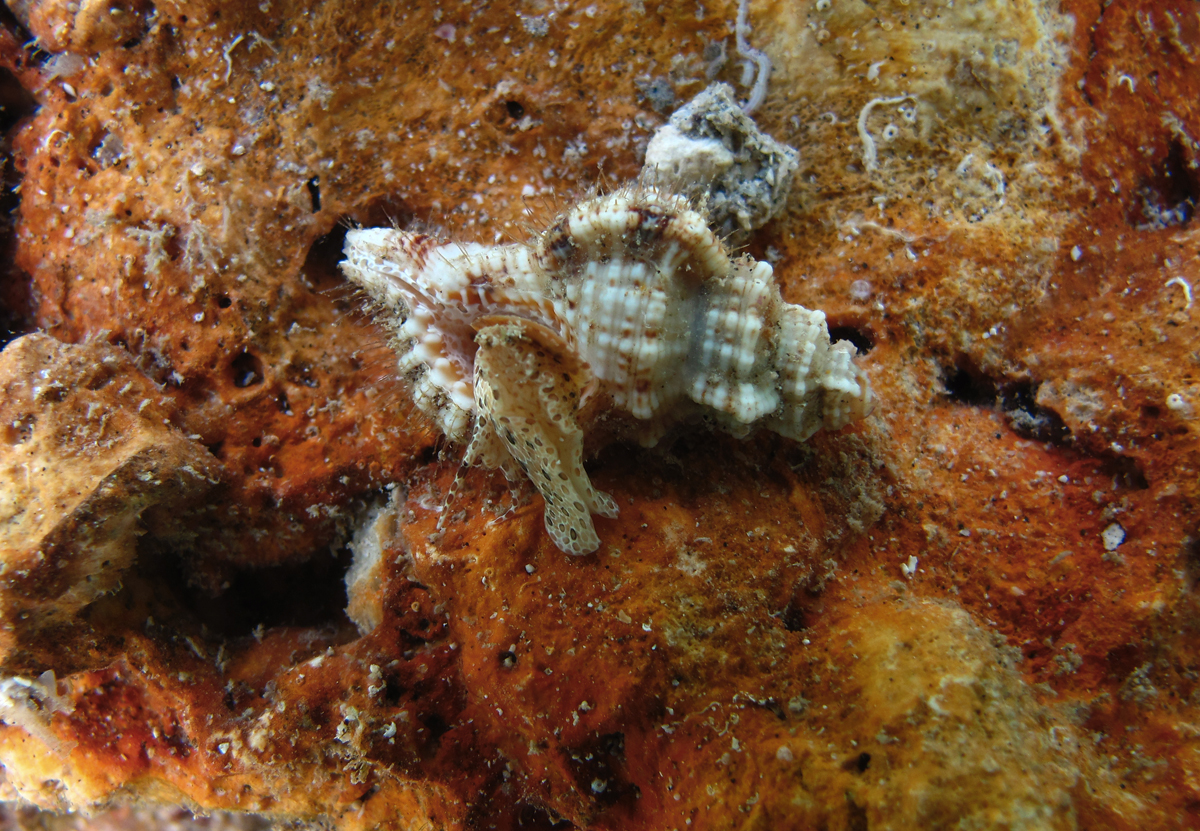
Monoplex nicobaricus
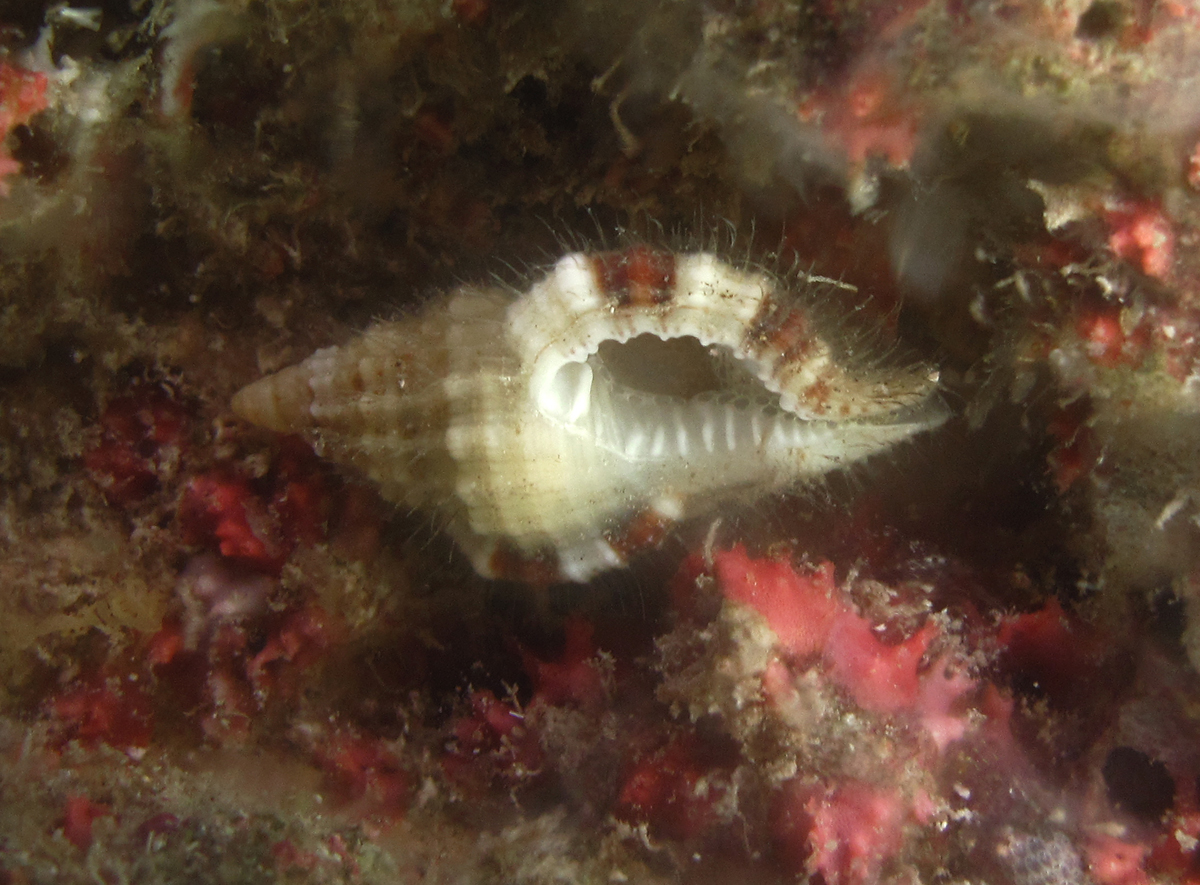
Monoplex vespaceus immature
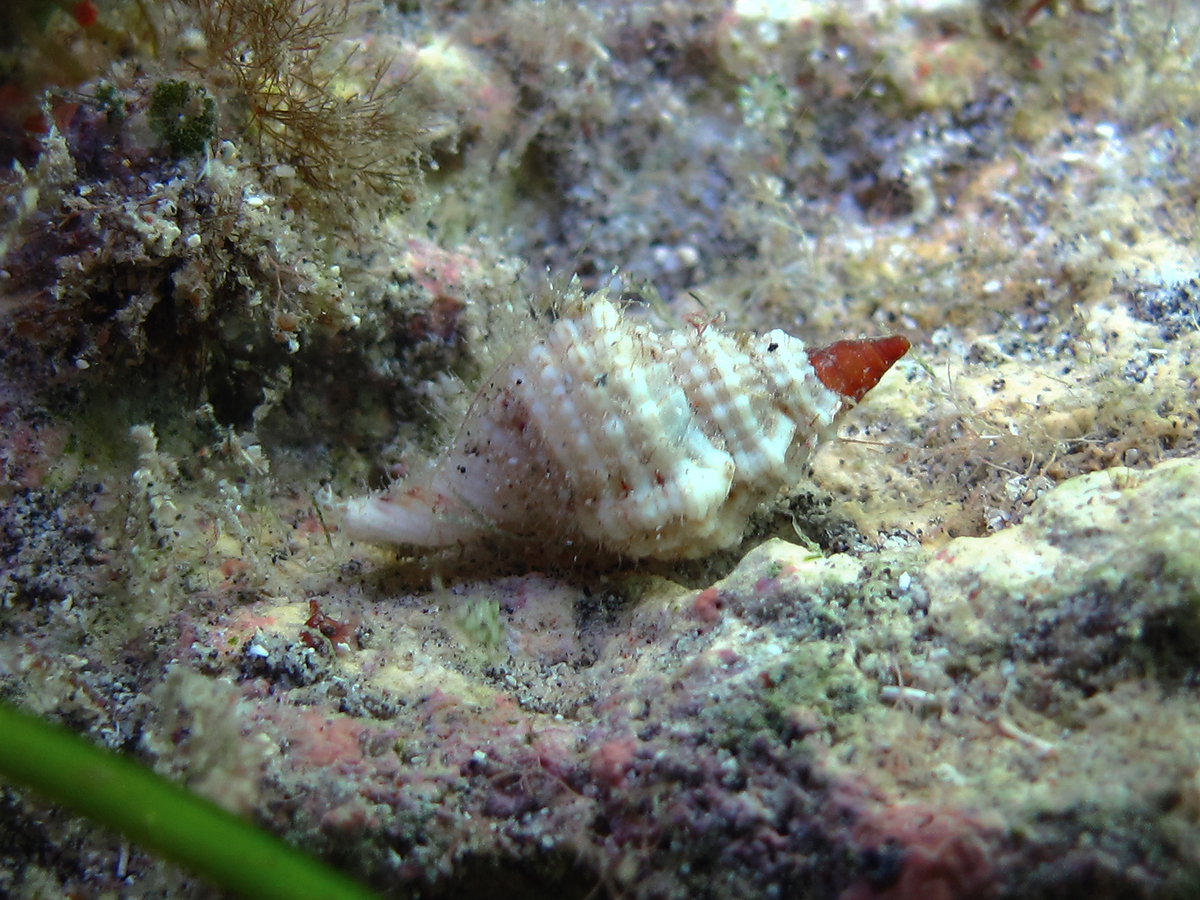
Gyrineum maculatum juvénile
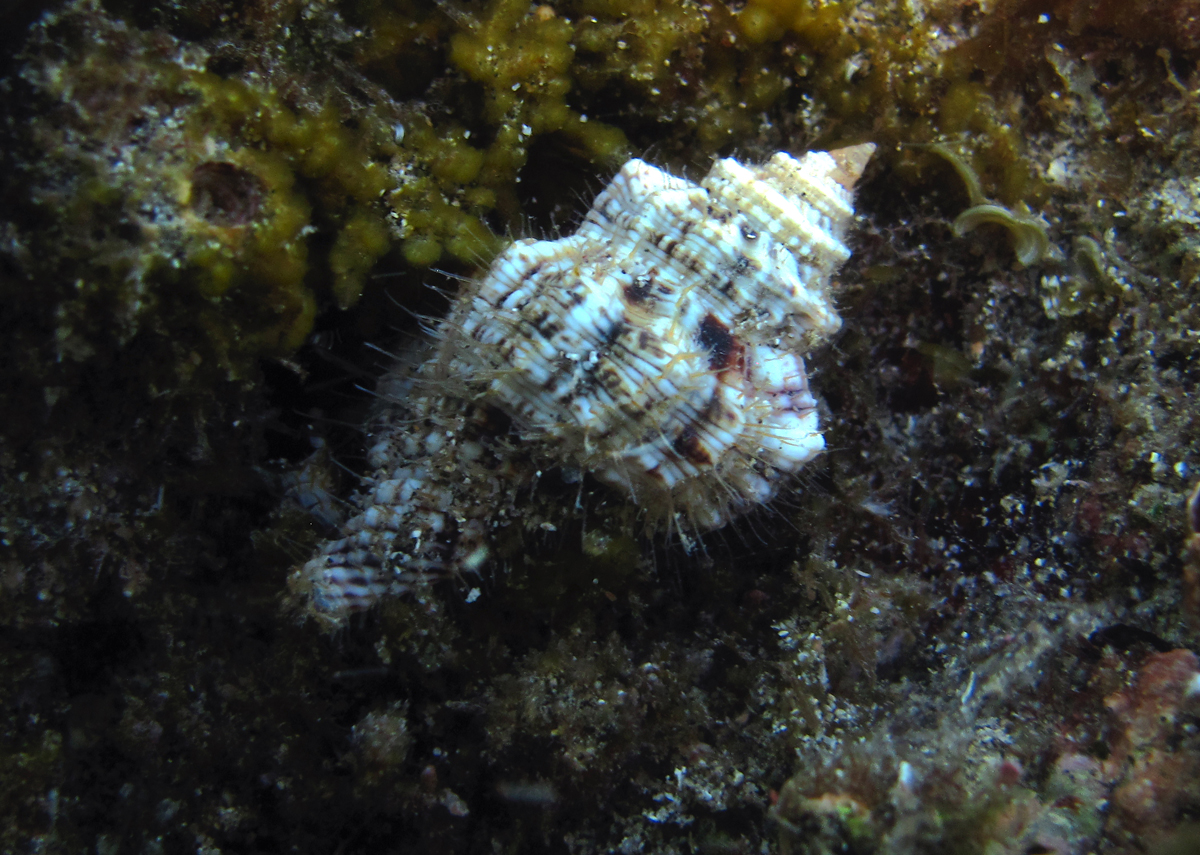
Gutturnium muricinum juvénile
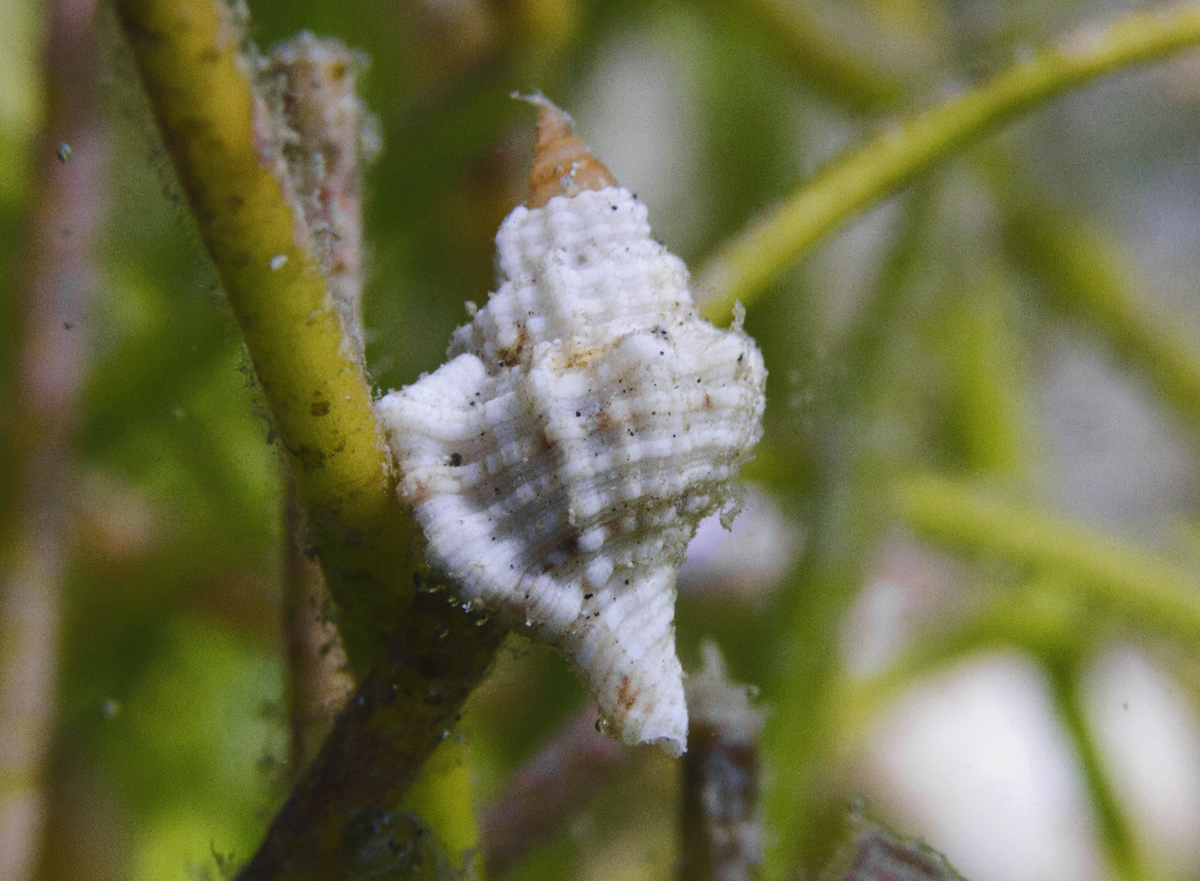
Turritriton labiosus?
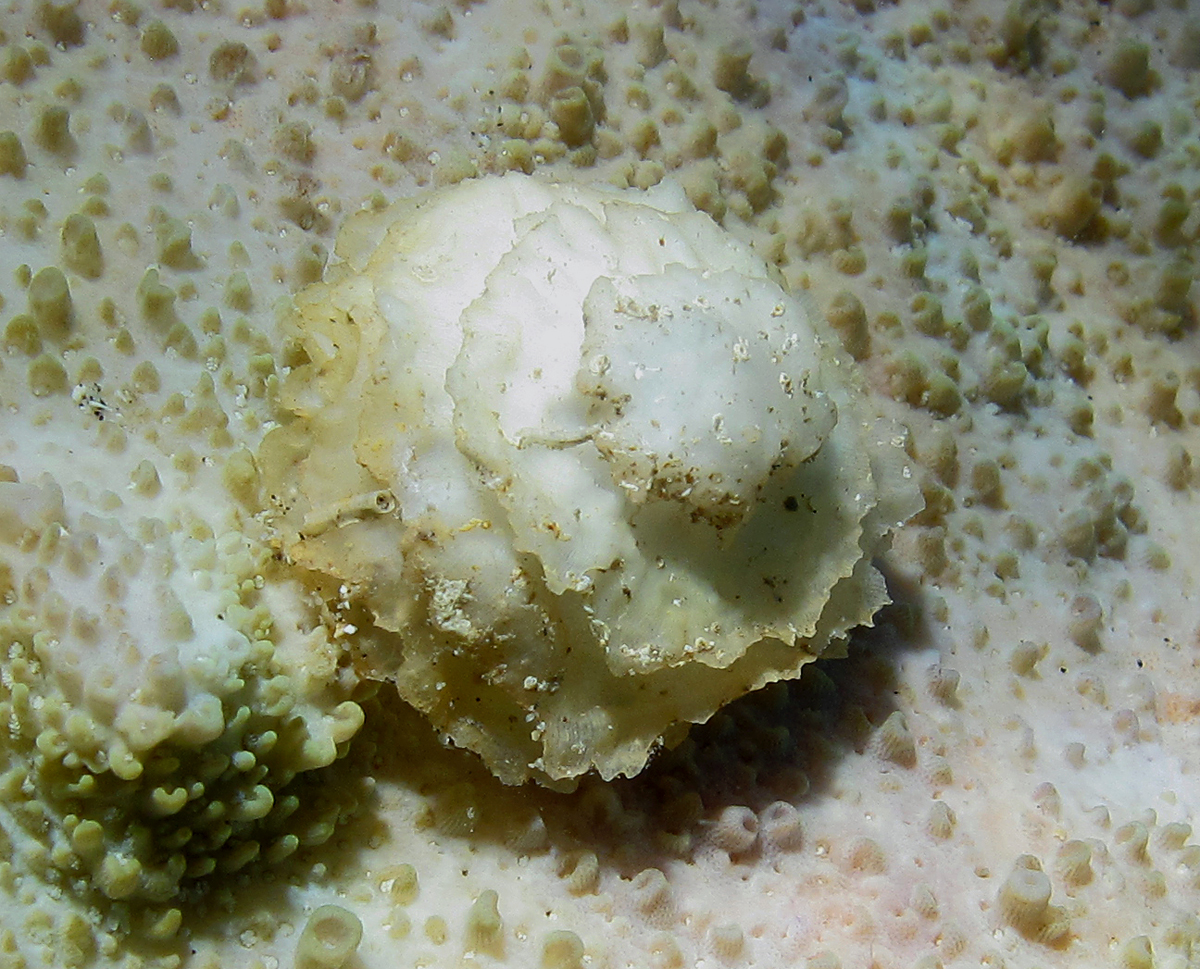
Cheilea tectumsinense (rare)
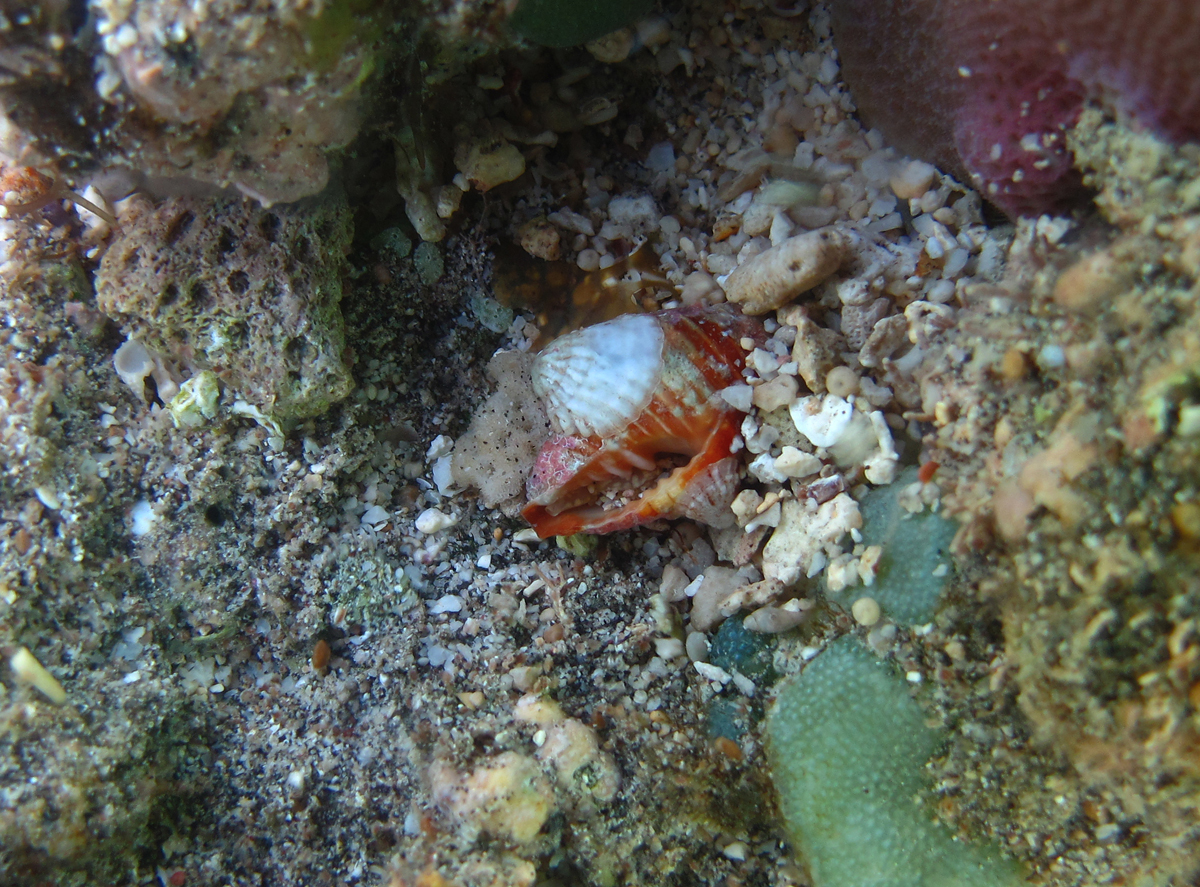
Un gastéropode parasite Sabia conica sur une Mitra cucumerina
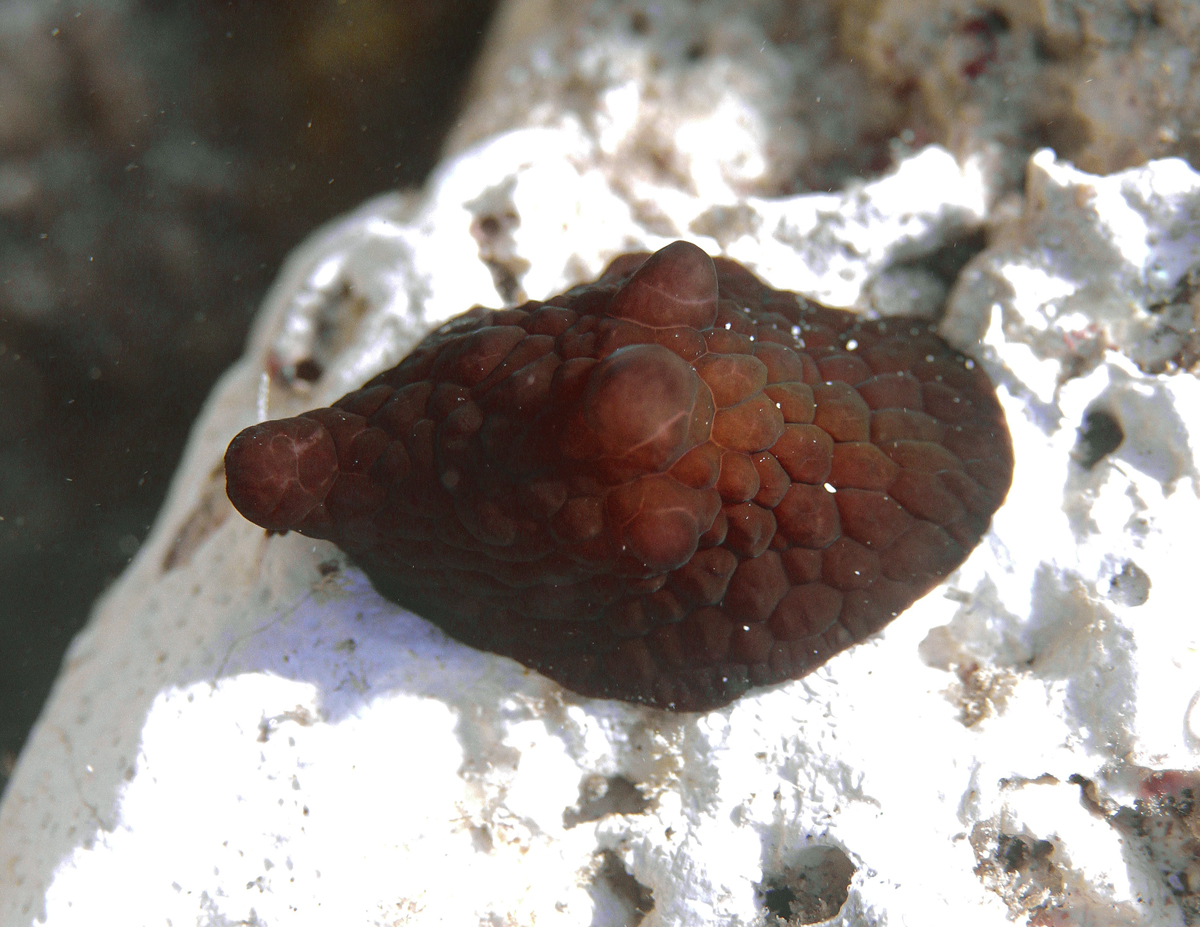
Une coriocelle ou coquillage-éponge (Coriocella nigra)
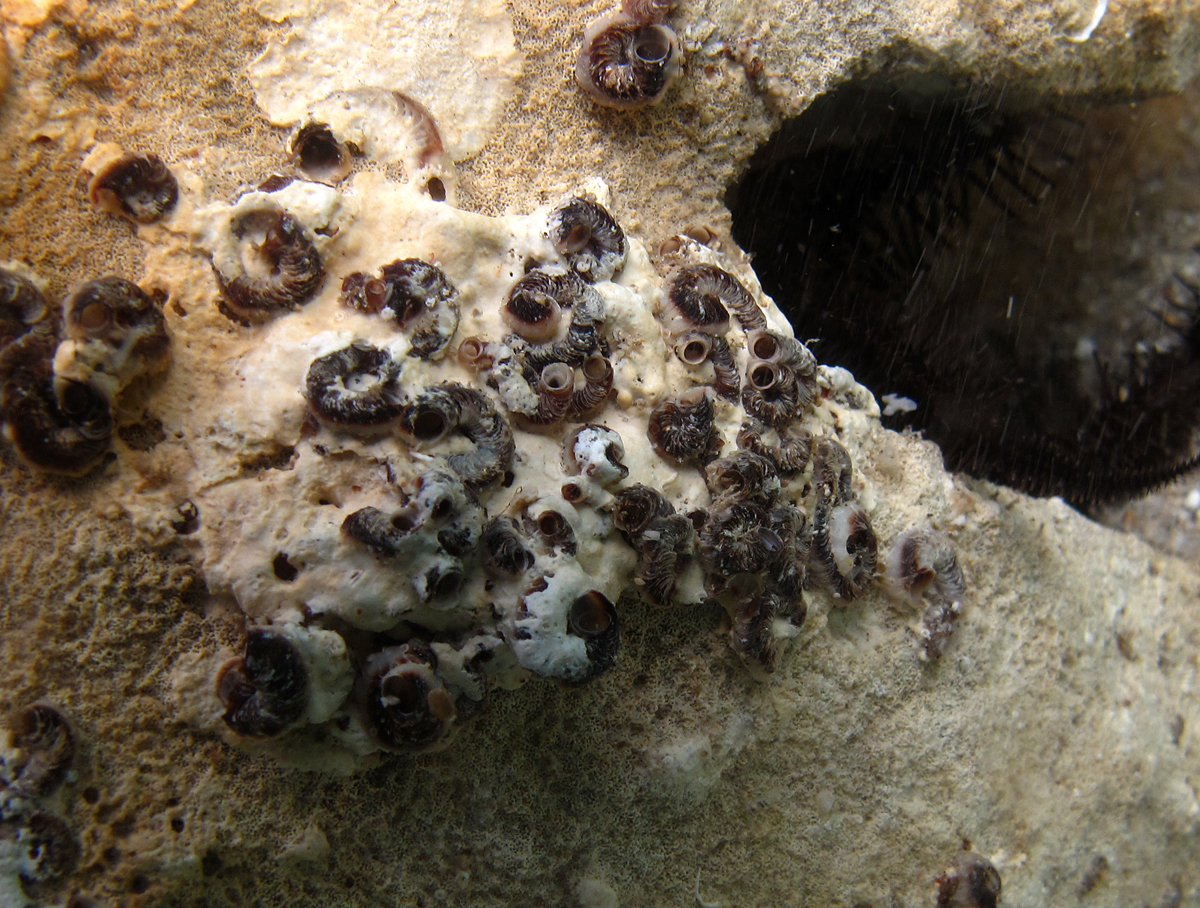
Une colonie de vermets (gastéropodes de la famille des Vermetidae)

#### Autres groupes de gastéropodes à coquille
Les  cérithes
La famille des Cerithiidae comprend 24 genres et 200 espèces. Leur coquille fusiforme, de taille petite à moyenne, est caractérisée par une ouverture ovale dont le canal siphonal est en forme de bec verseur. Ils vivent généralement en milieu sableux et corallien, dans les eaux tropicales (où la majorité se trouve) et tempérées, le plus souvent à faible profondeur. Ils sont herbivores et détritivores . 71 espèces de Cerithiidae sont recensées à La Réunion.

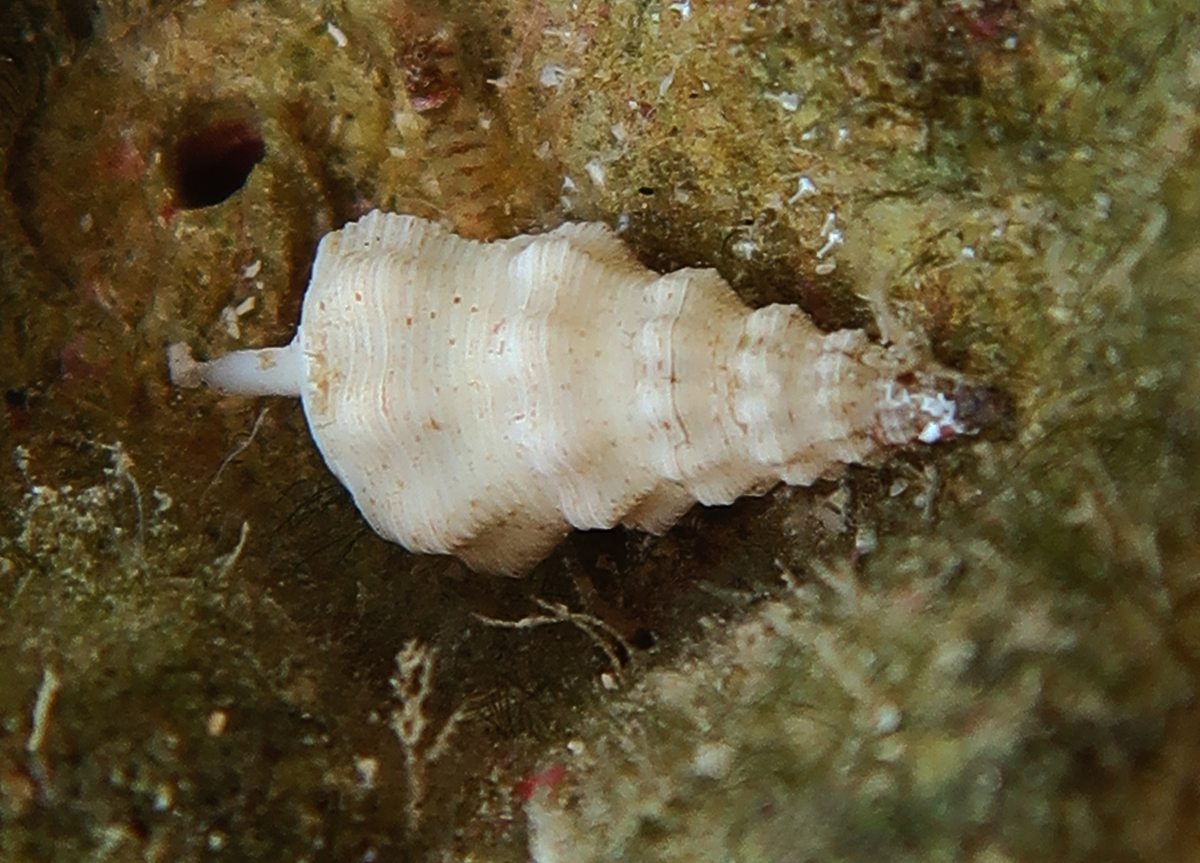
Cerithium citrinum
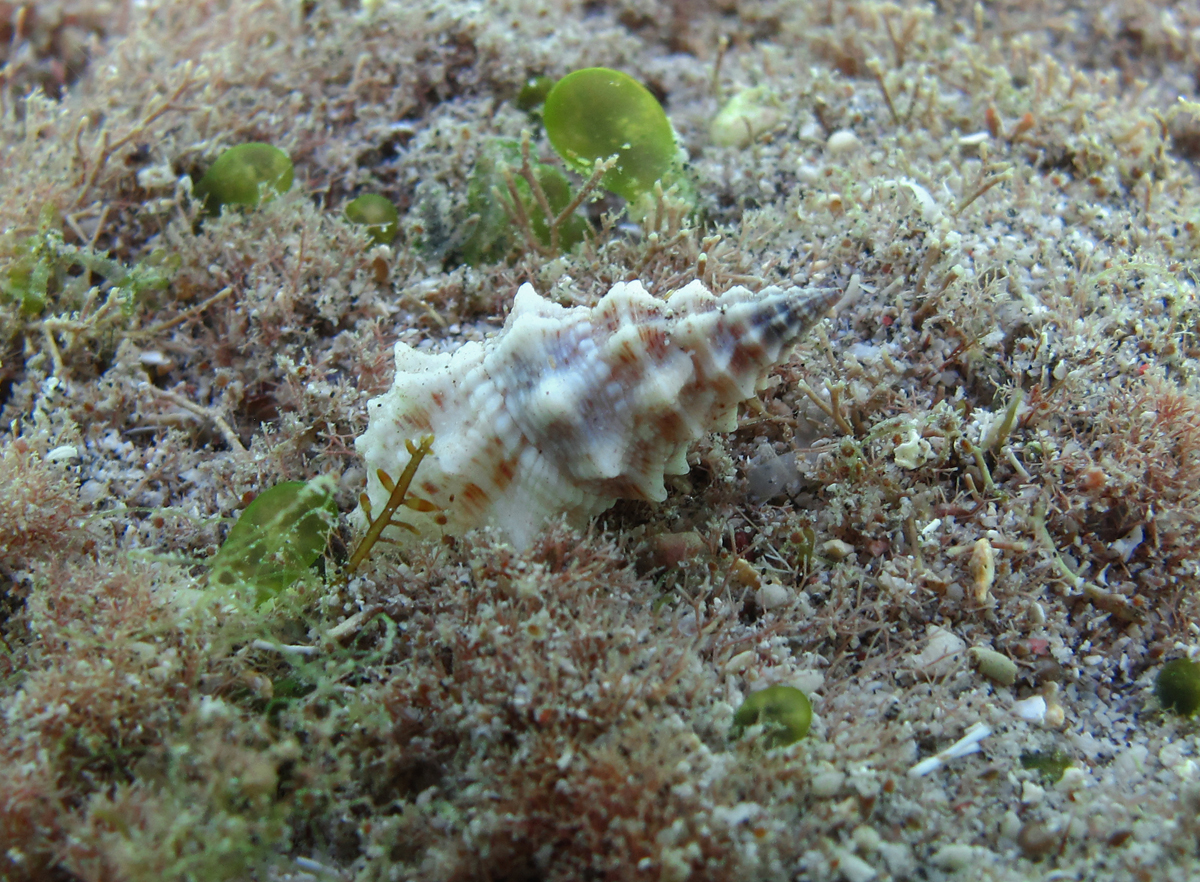
Cerithium columna immature
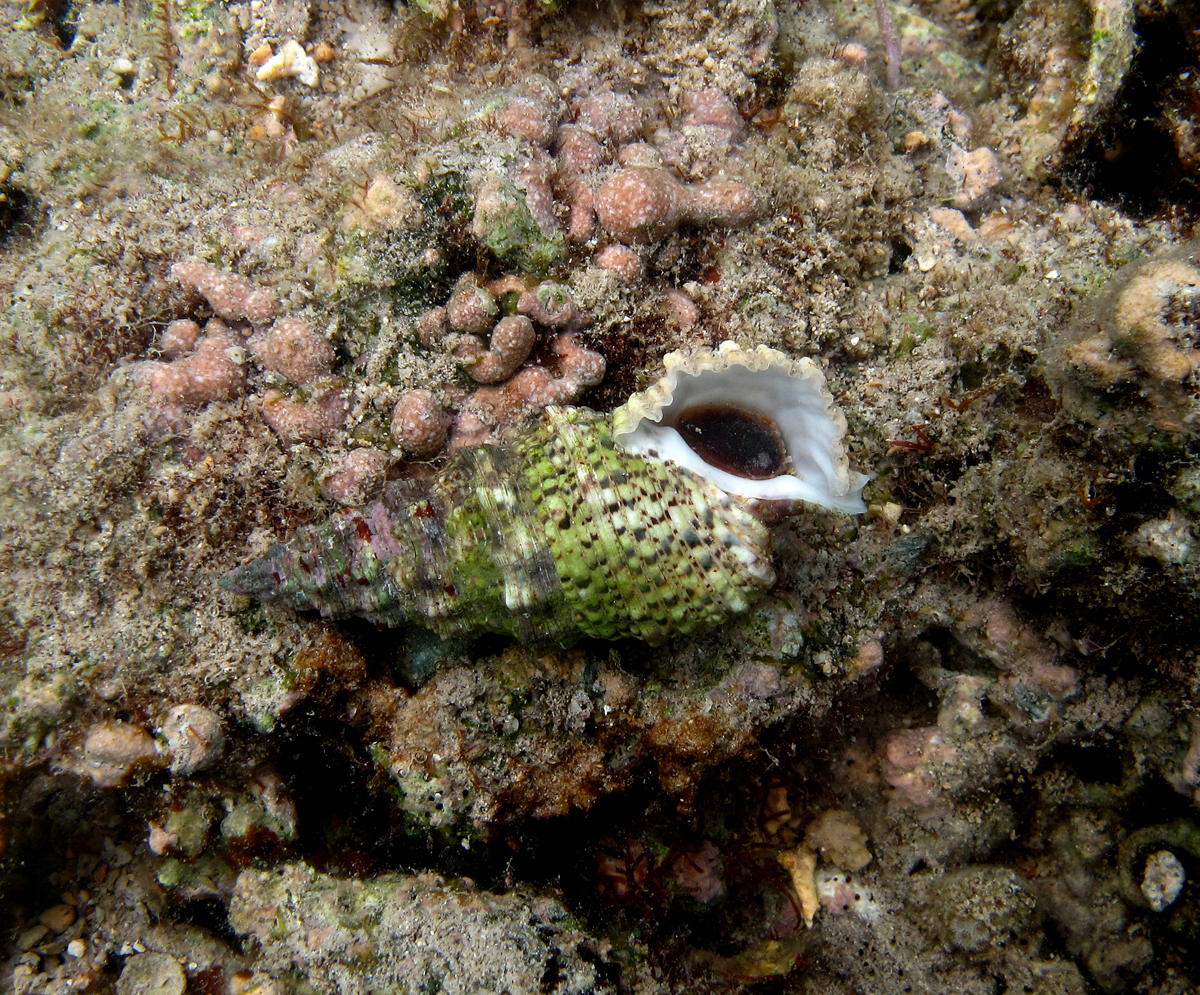
Cerithium echinatum
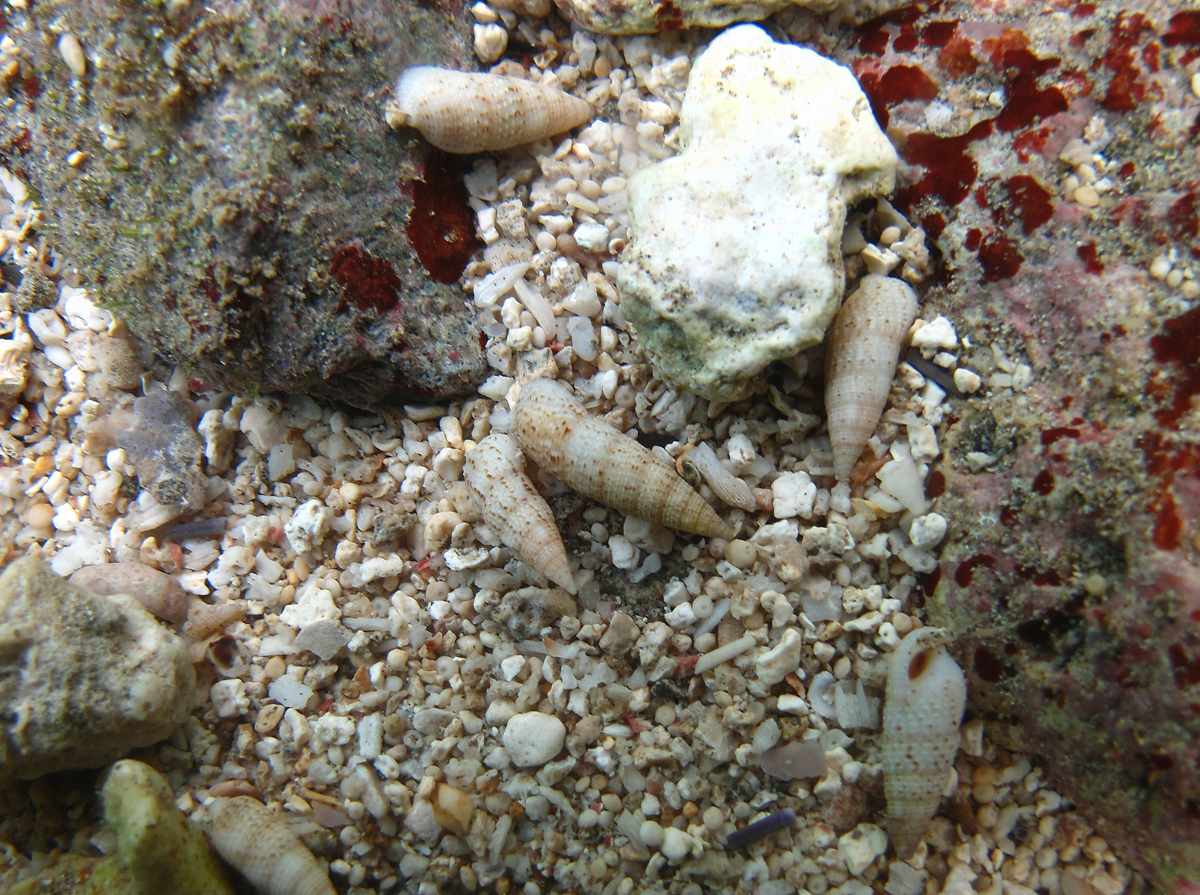
Cerithium interstriatum?
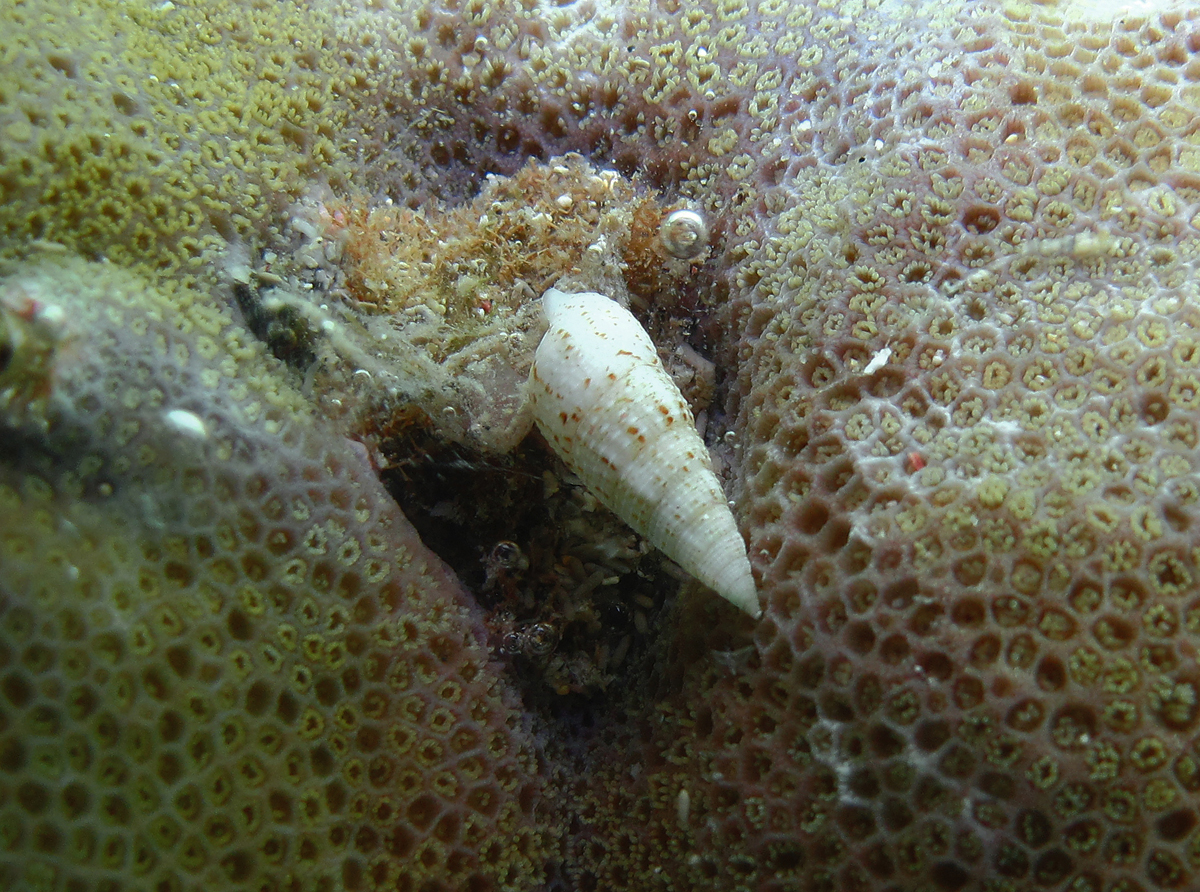
Un Cerithium nesioticum
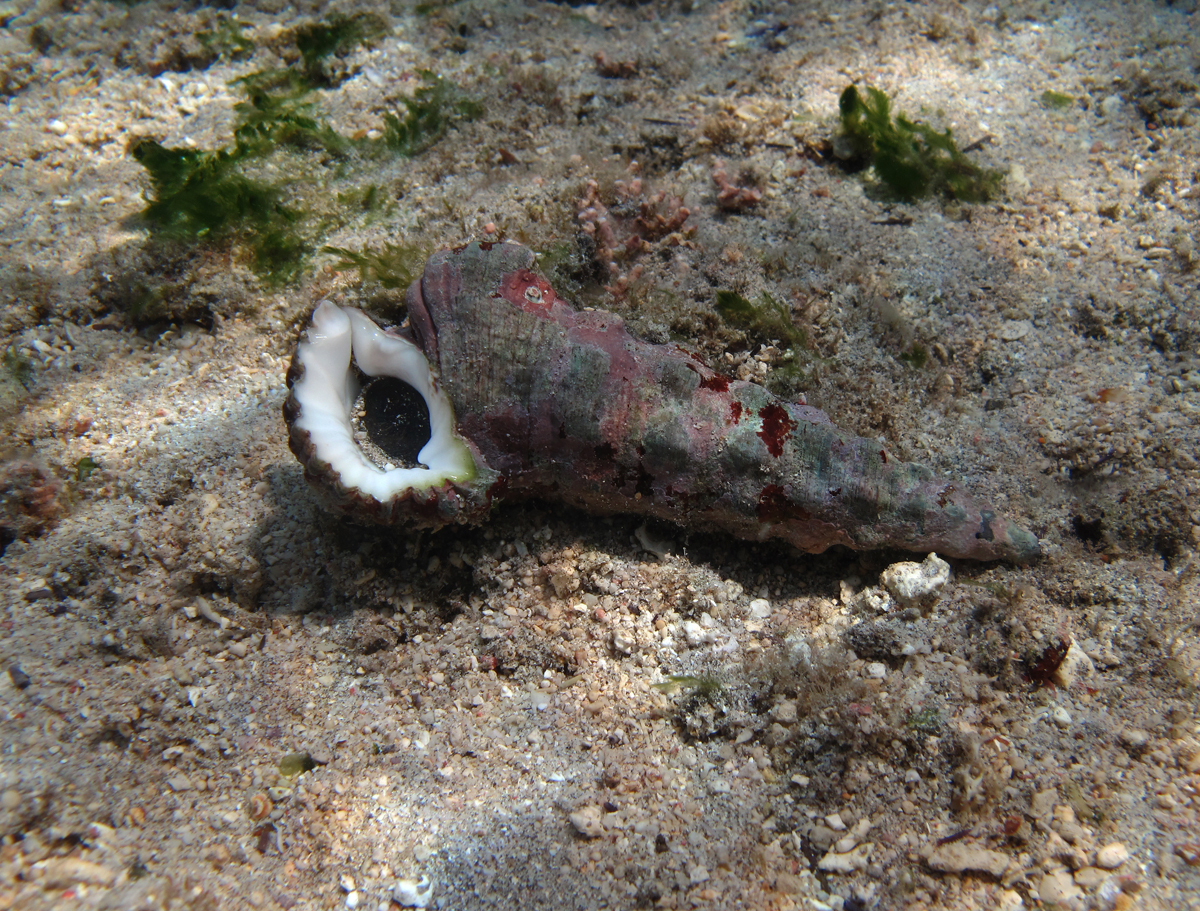
Cerithium nodulosum
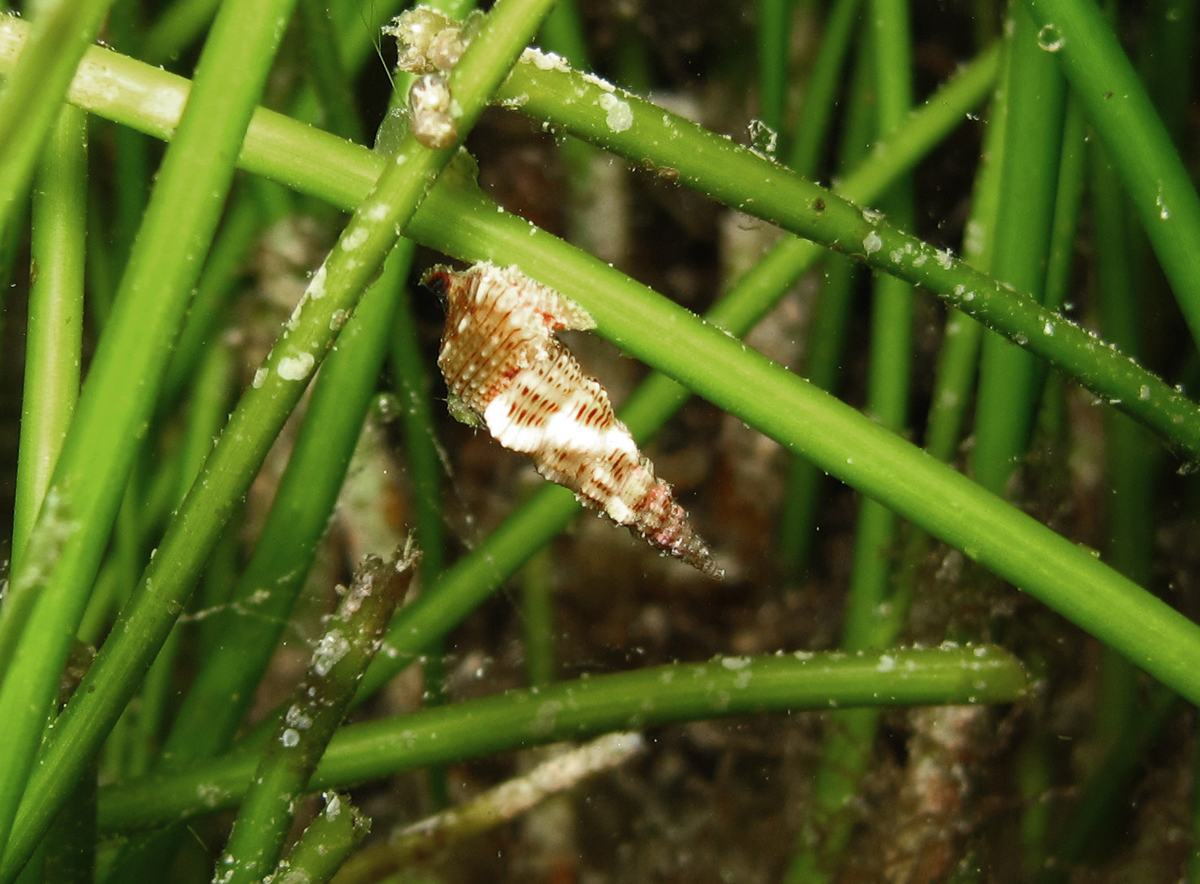
Cerithium rostratum
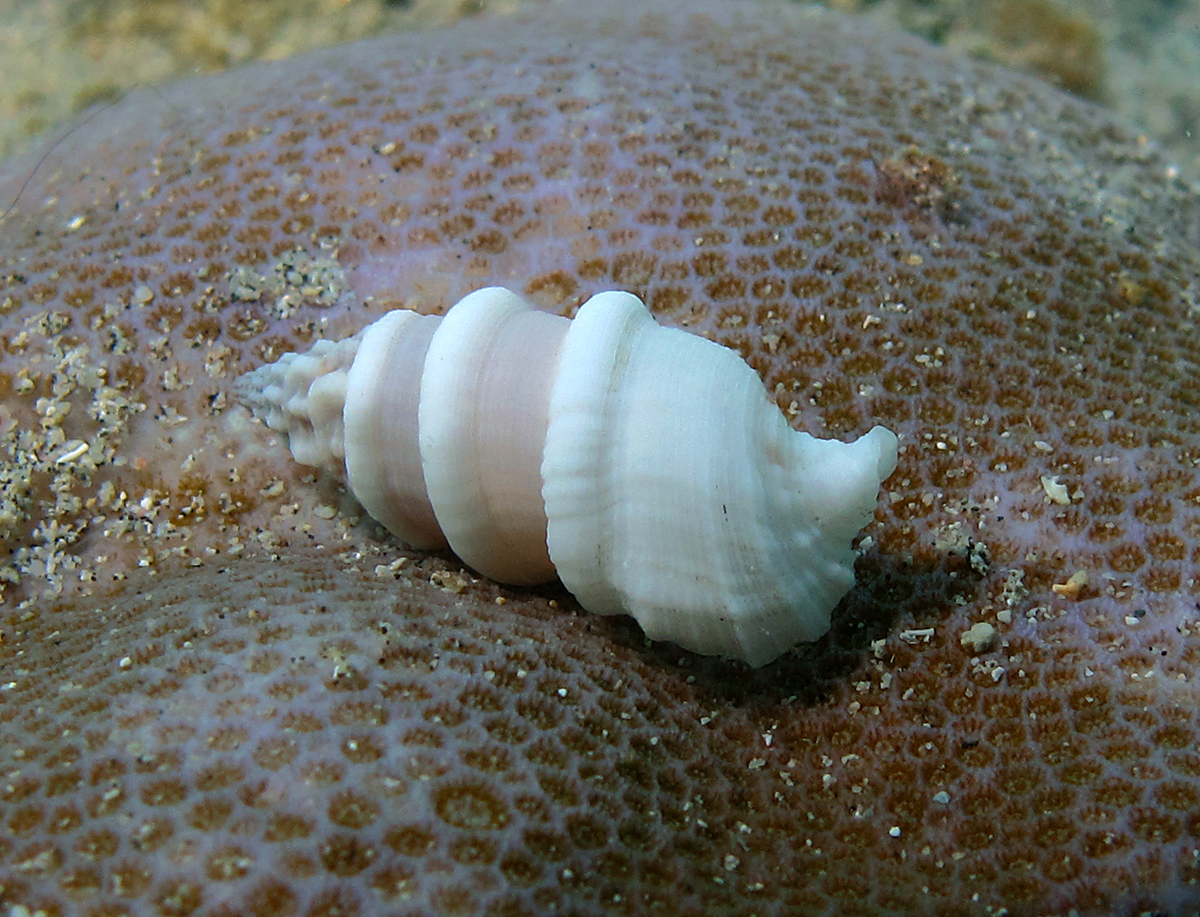
Cerithium torulosum
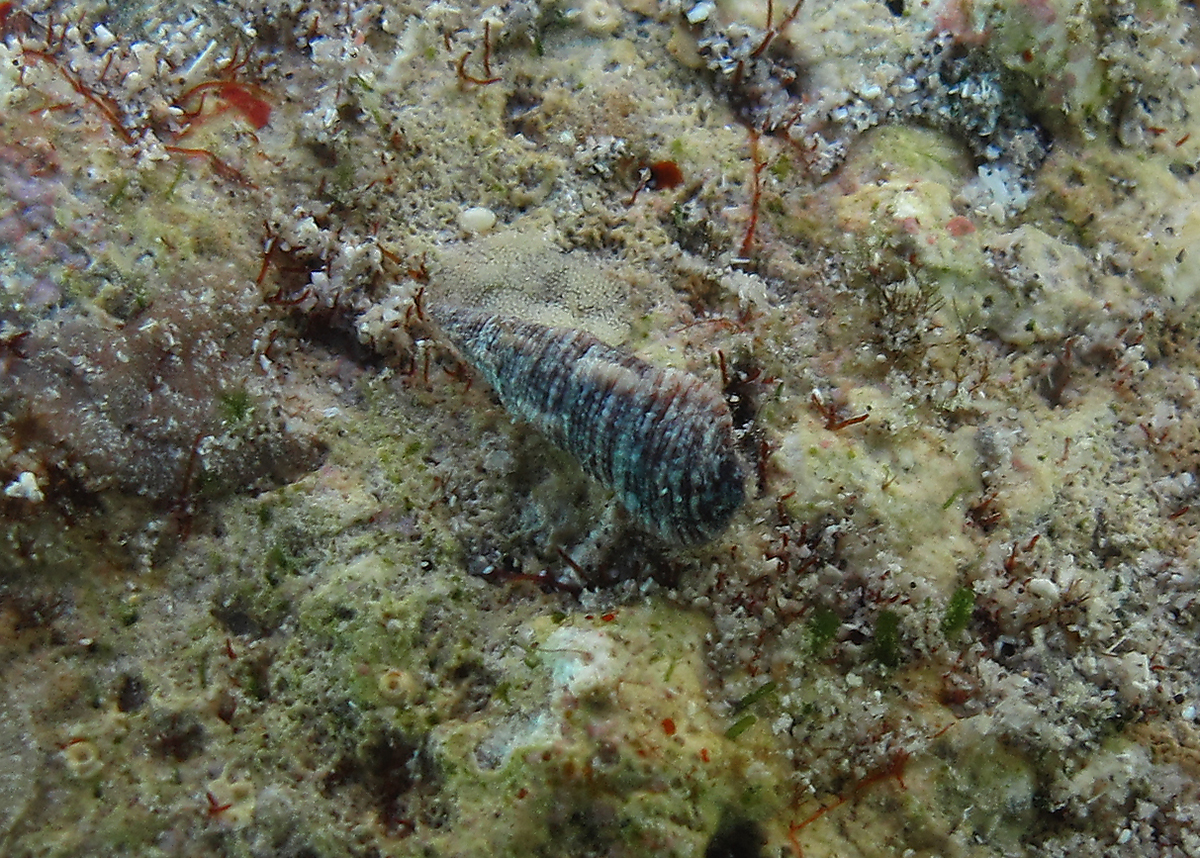
Cerithium zebrum
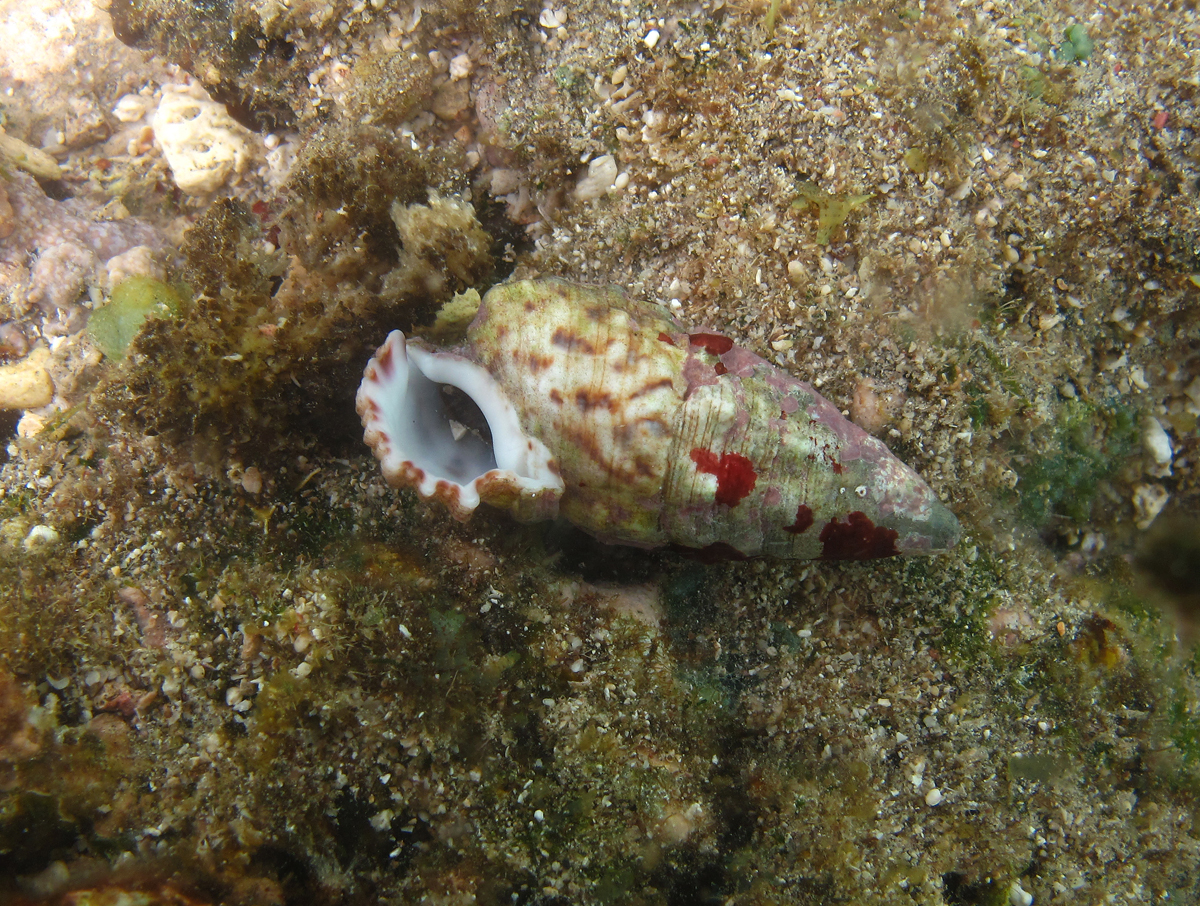
Un Cerithium non identifié
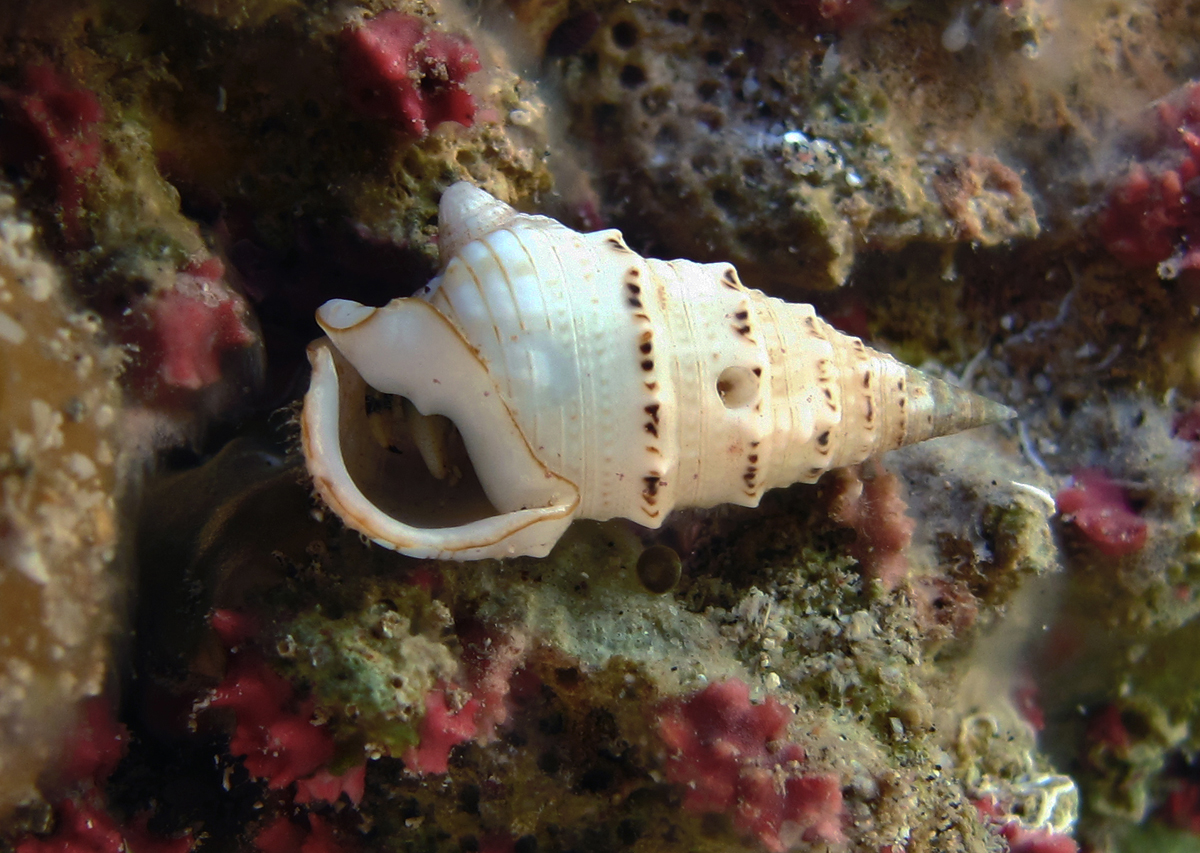
Rhinoclavis cedonulli
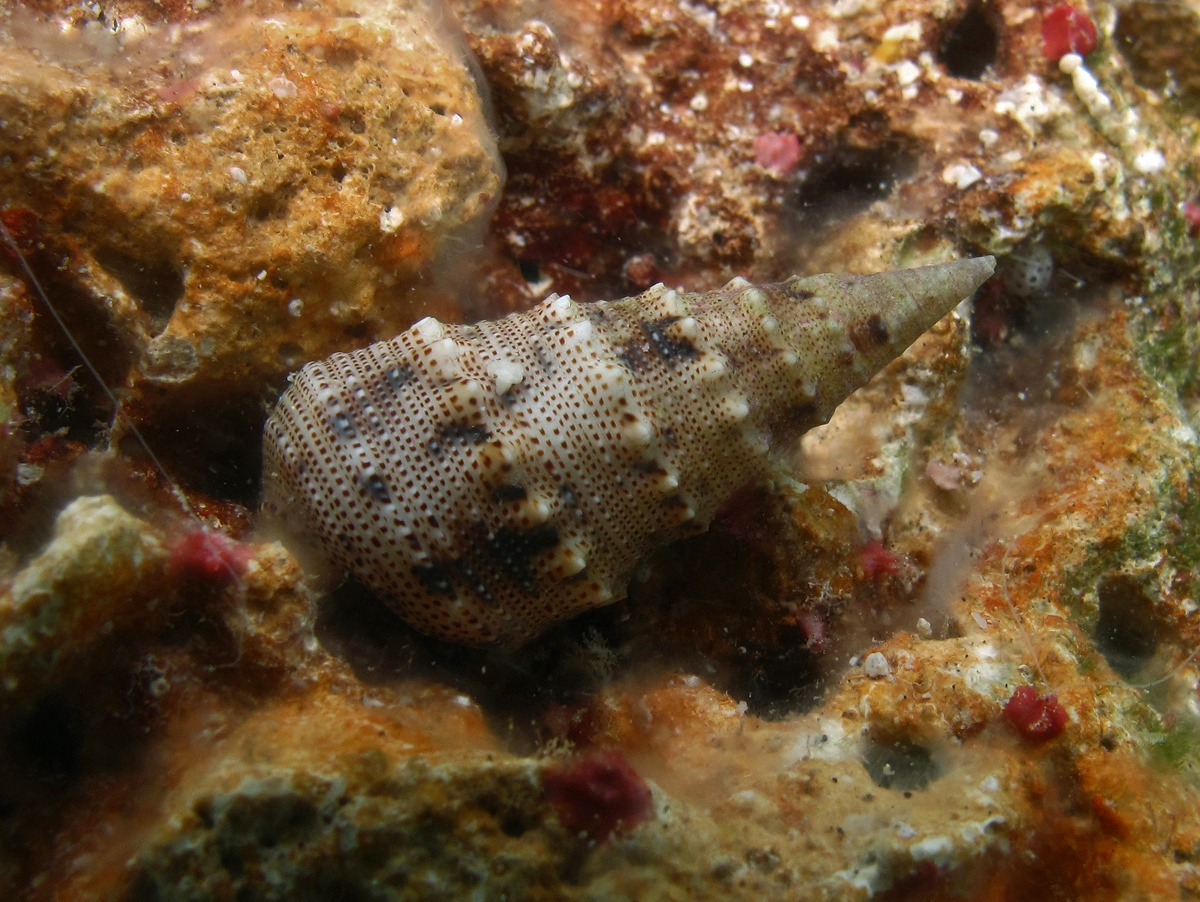
Rhinoclavis sinensis

Membres d'autres groupes.

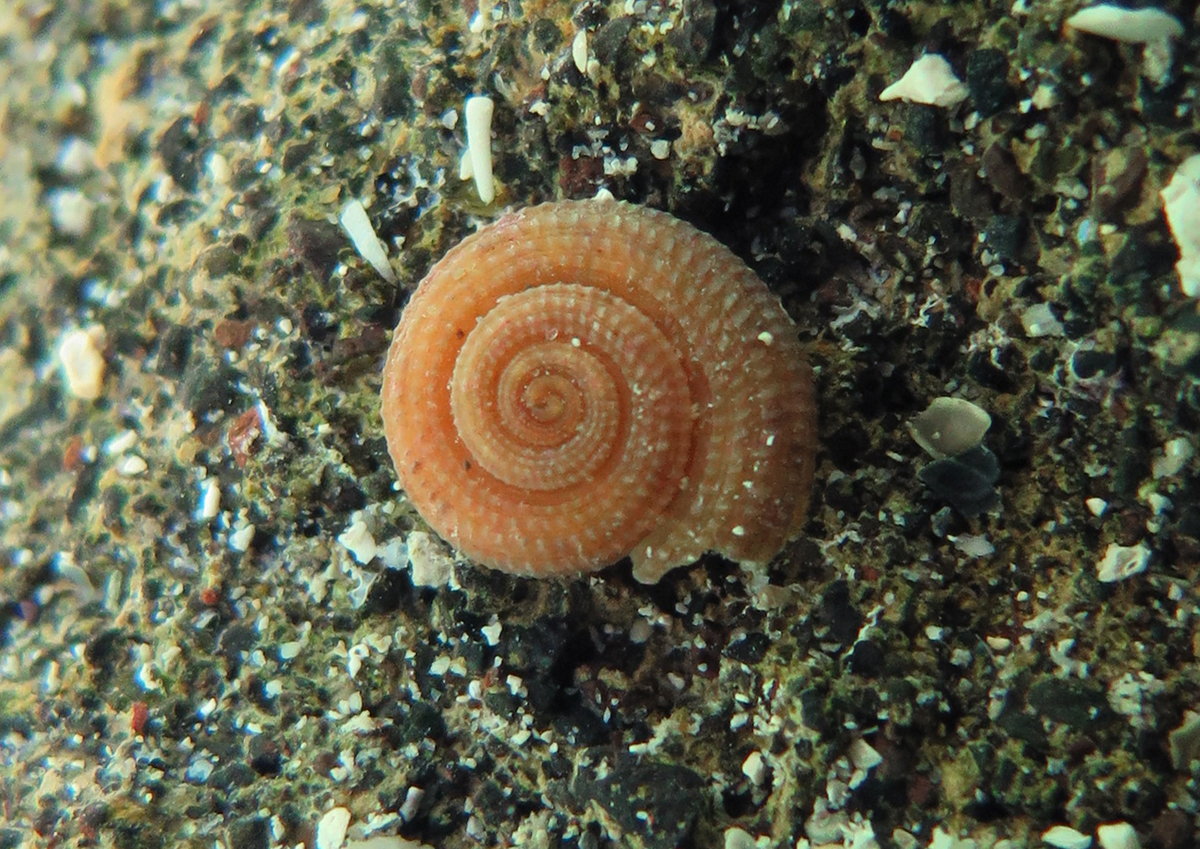
Heliacus infundibuliformis (très rare)
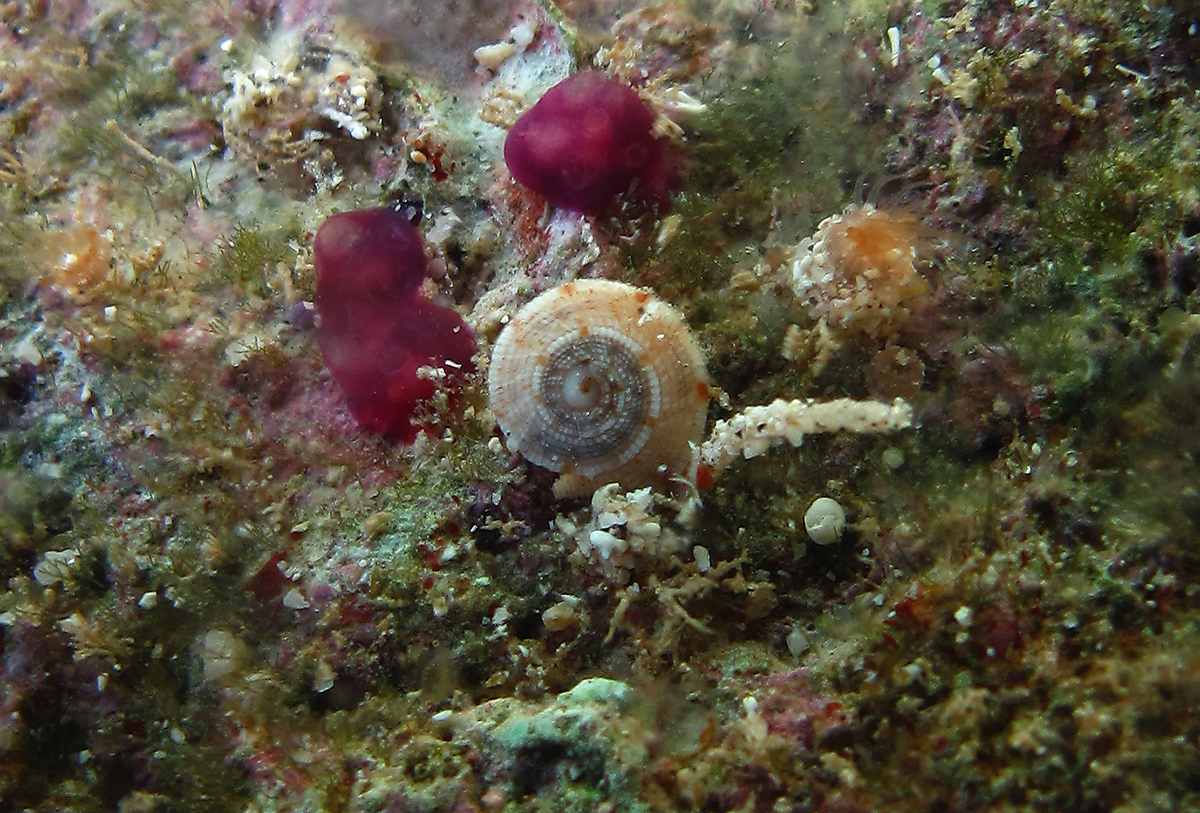
Heliacus sterkii?
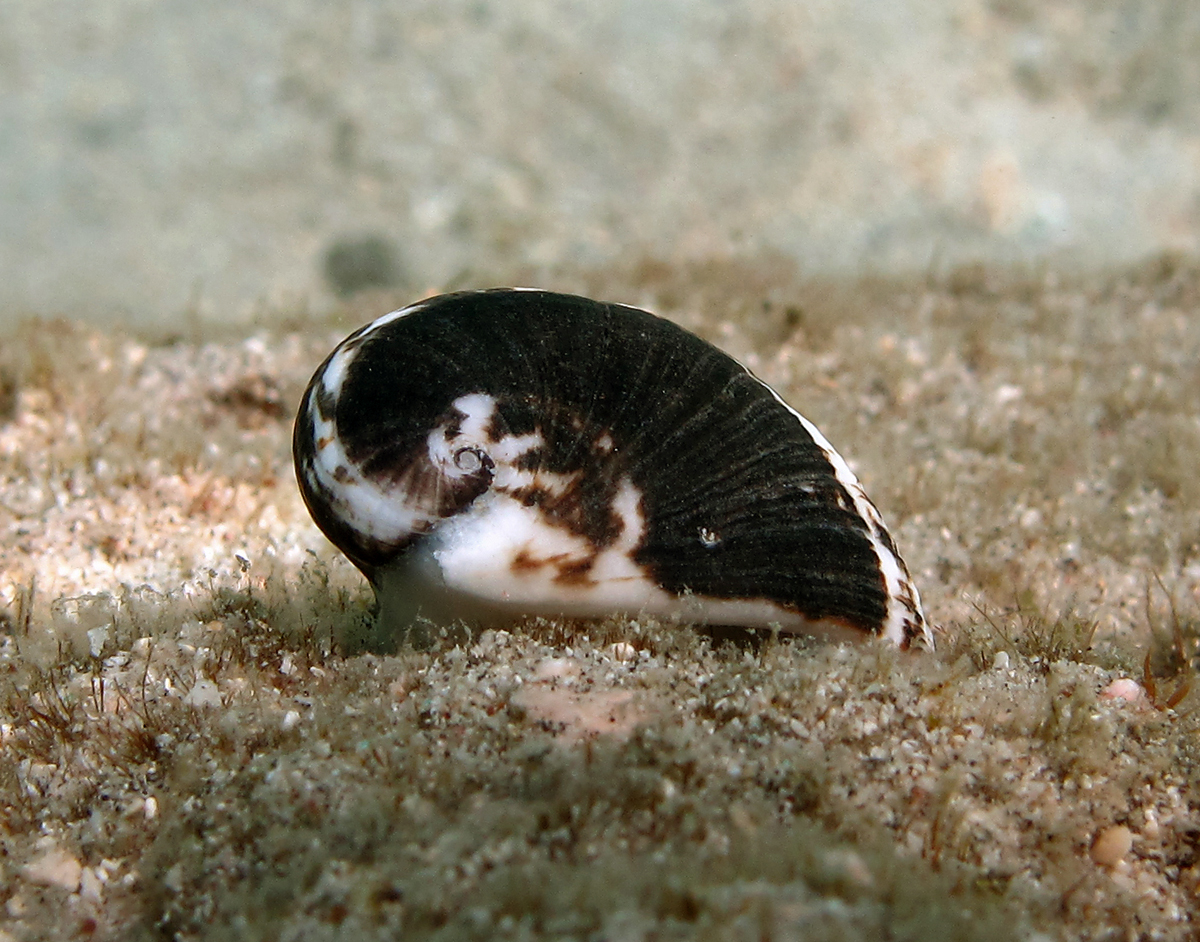
Nerita albicilla
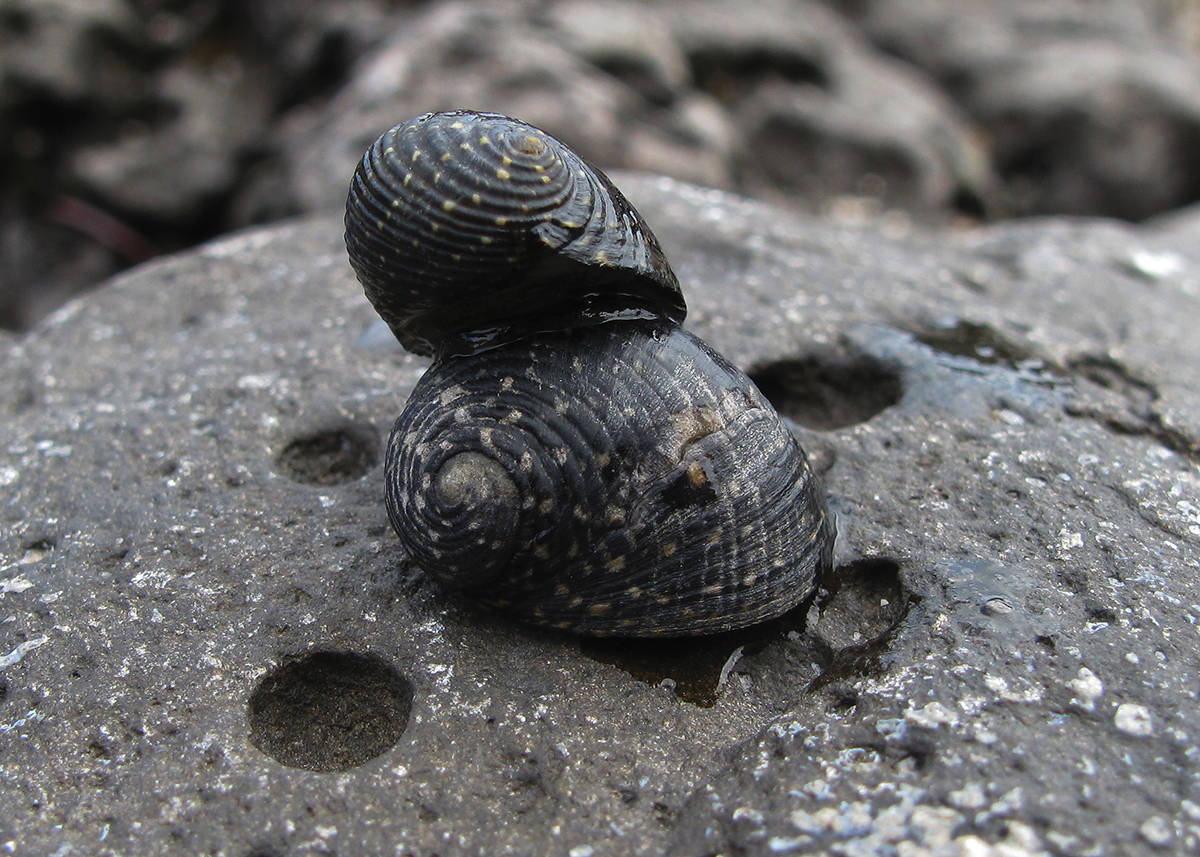
Nerita aterrima (plates-formes récifales de la côte basaltique)
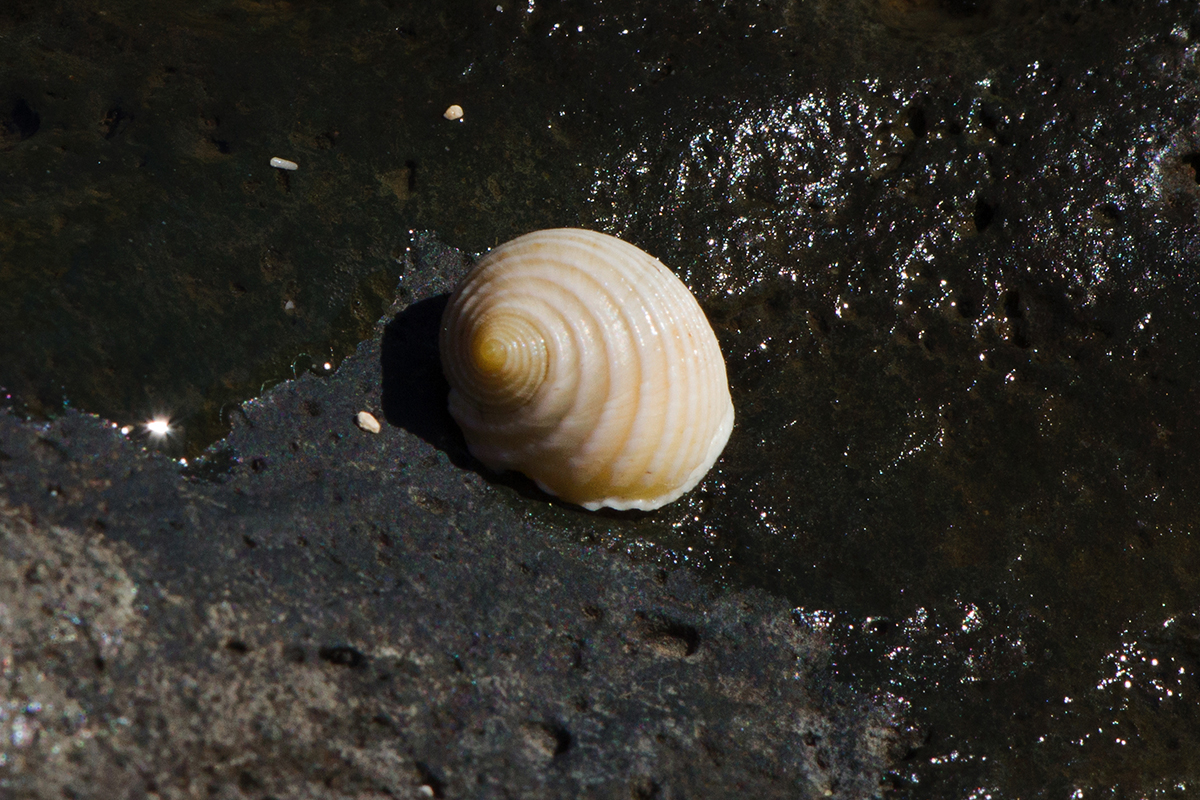
Nerita plicata
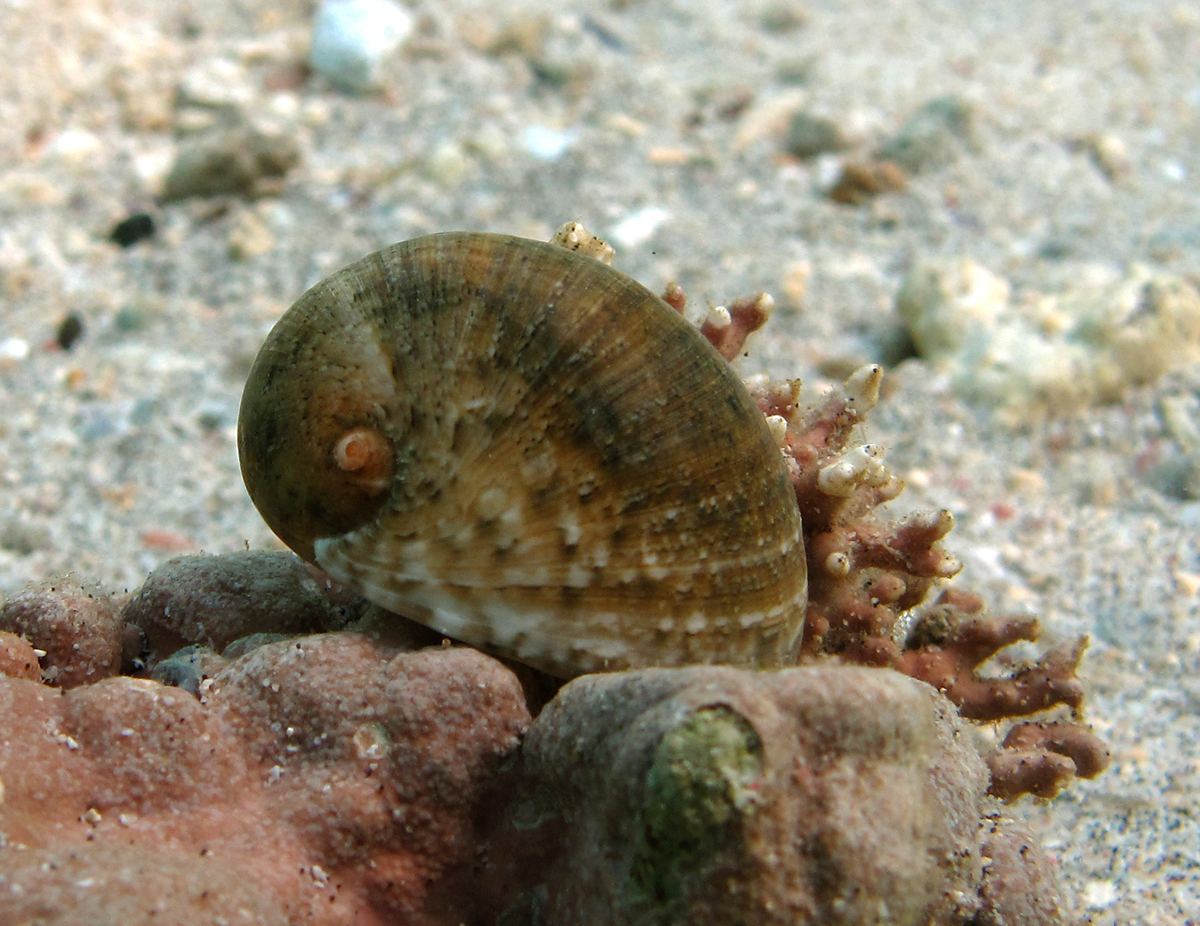
Nerita polita
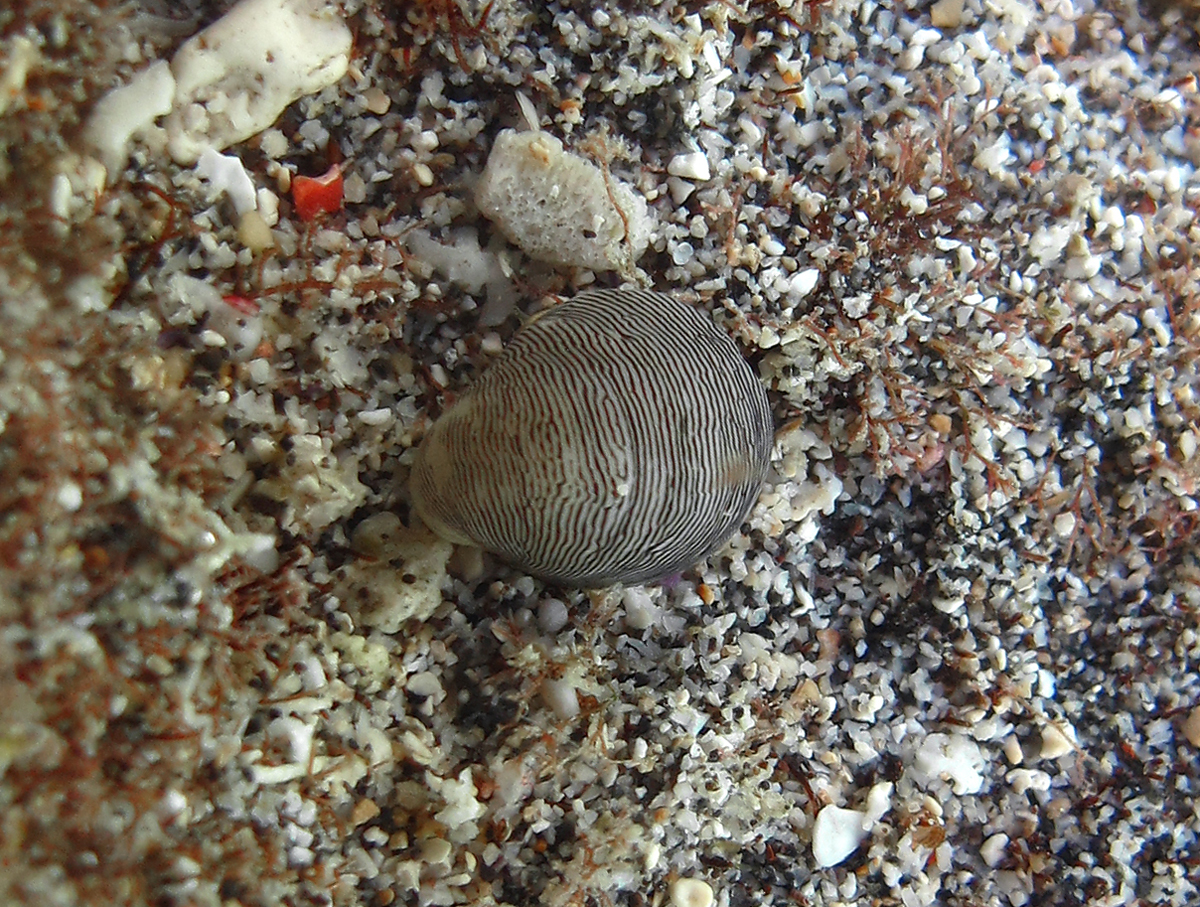
Neripteron mauriciae
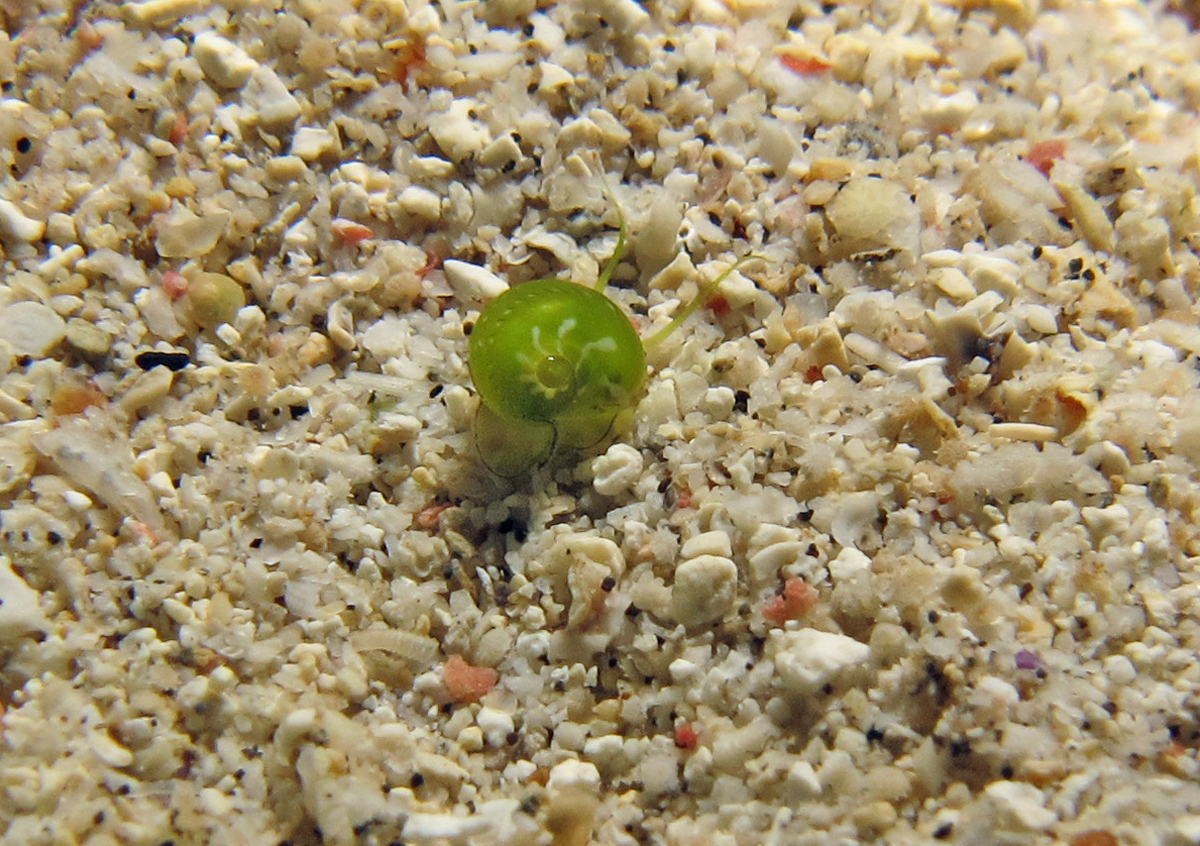
Smaragdia rangiana
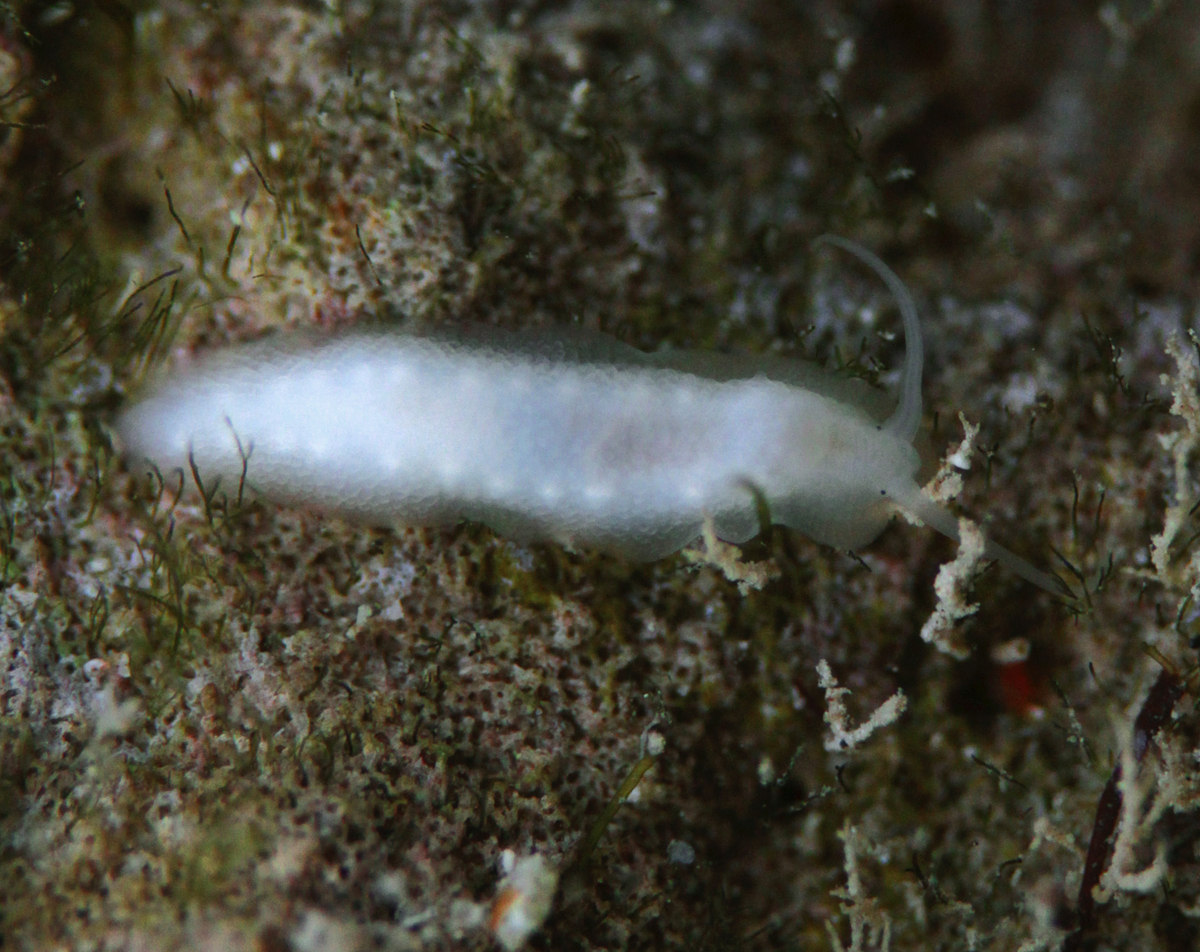
Titiscania limacina
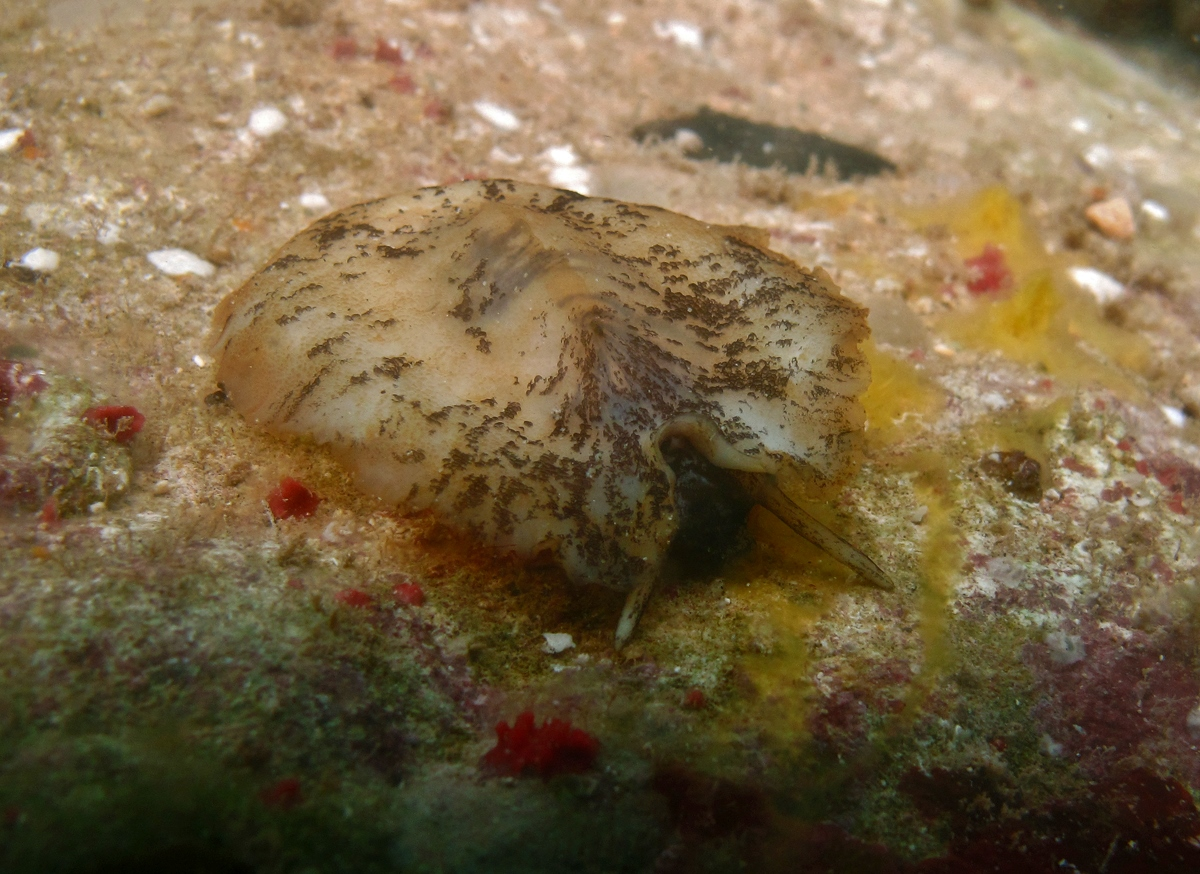
Scutus sinensis
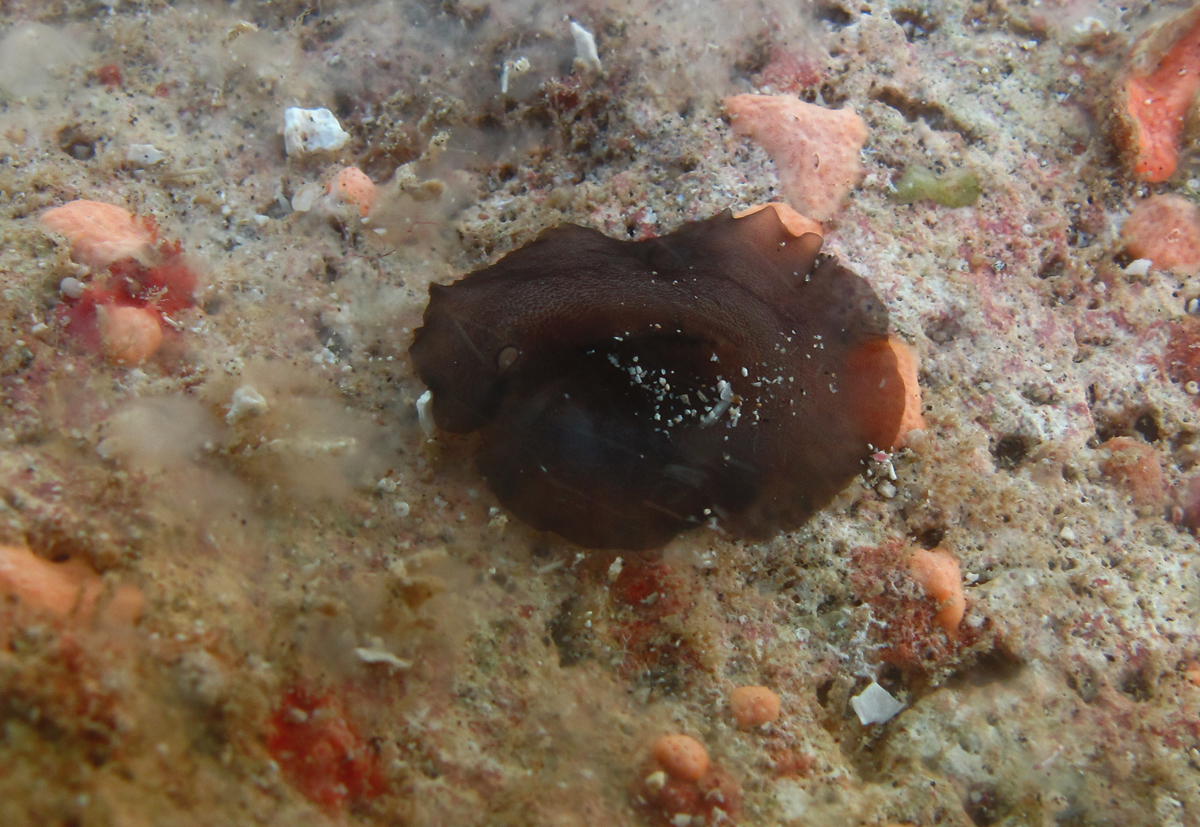
Scutus unguis
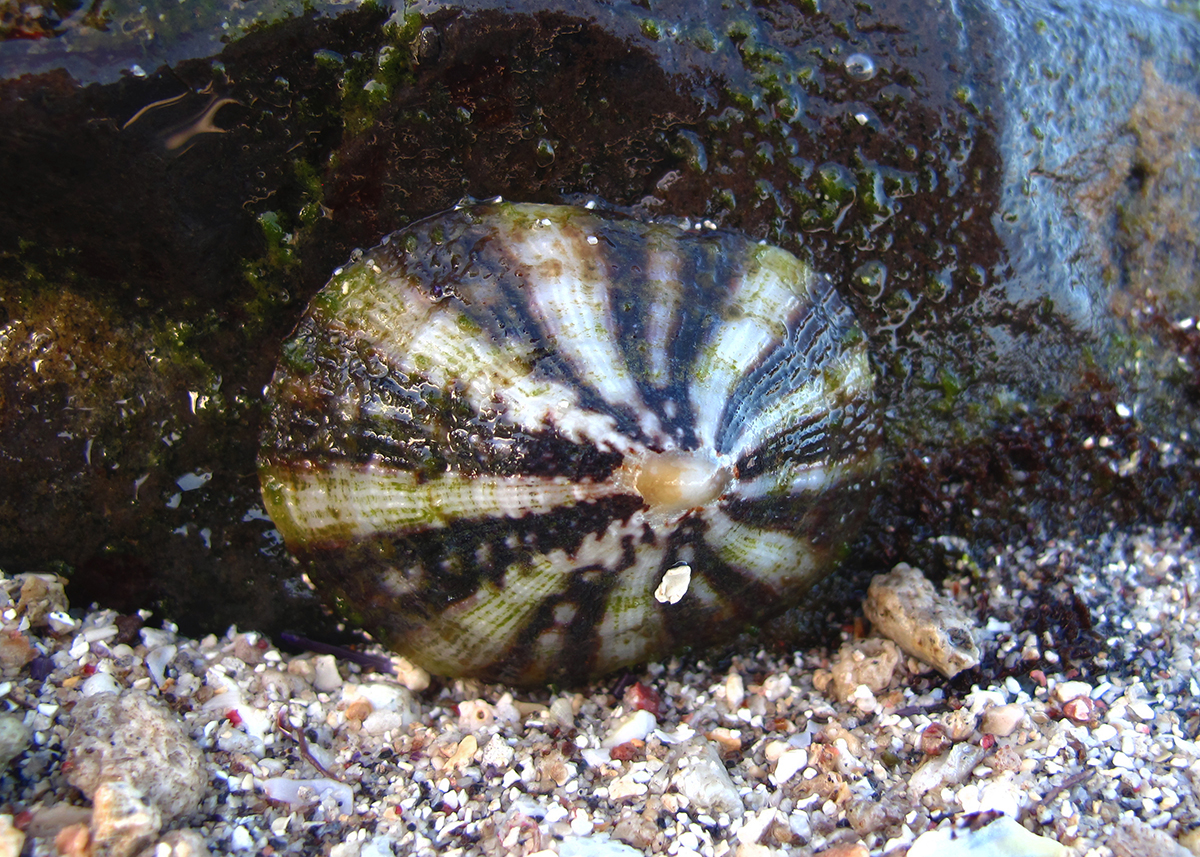
Une patelle Cellana livescens
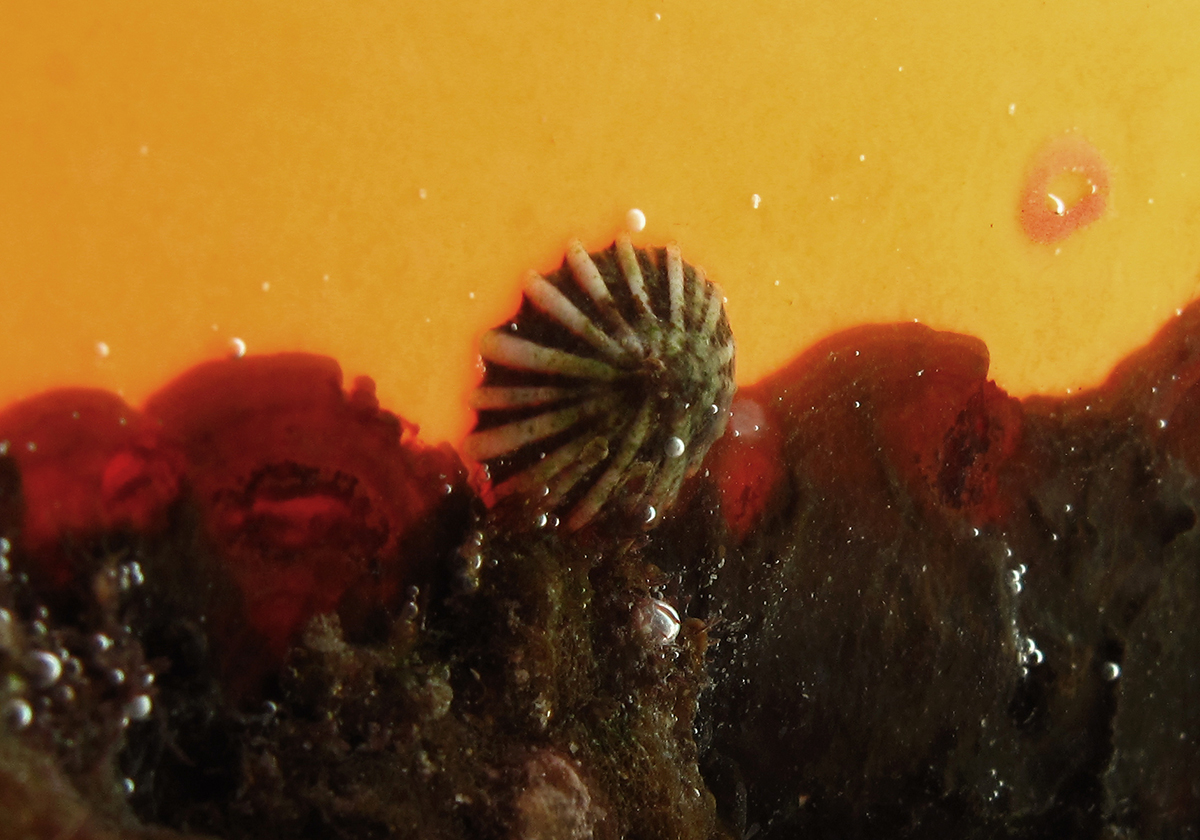
Une patelle Siphonaria normalis, sur une bouée
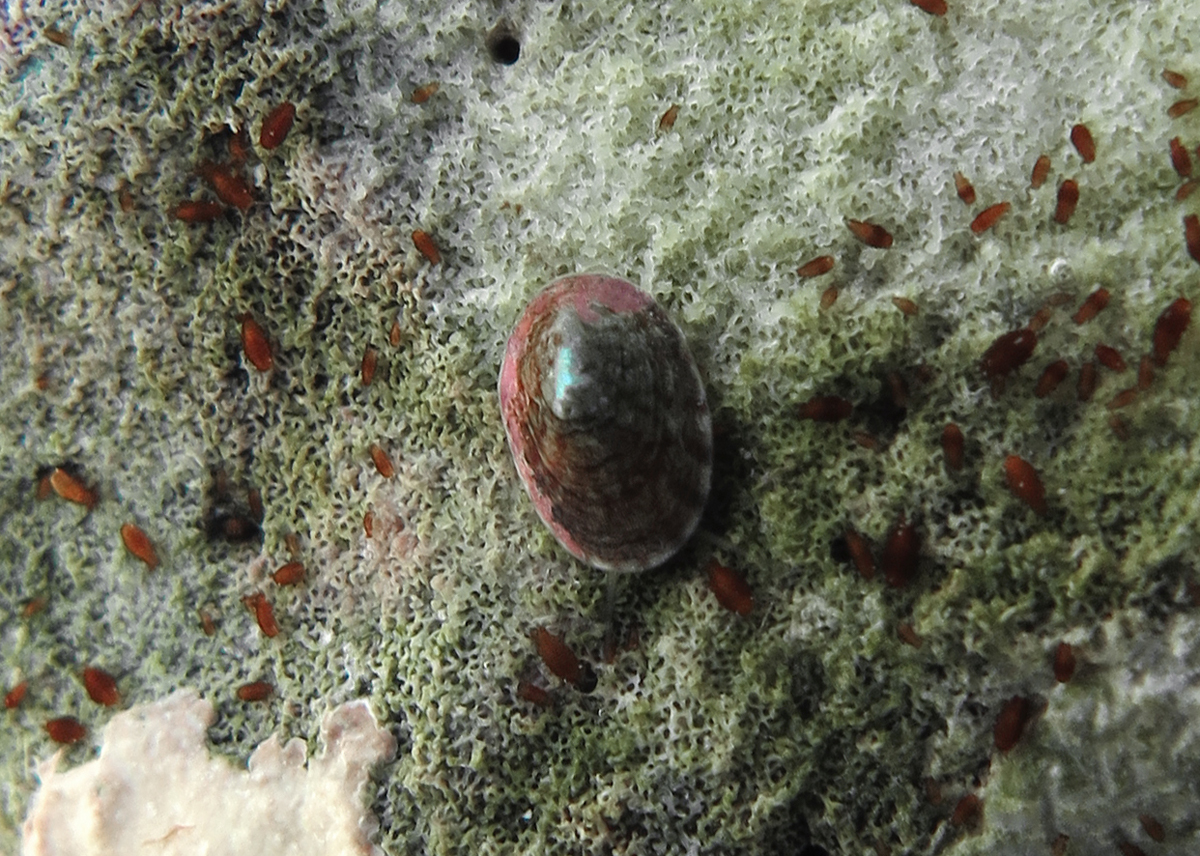
Une patelle Williama radiata radiata
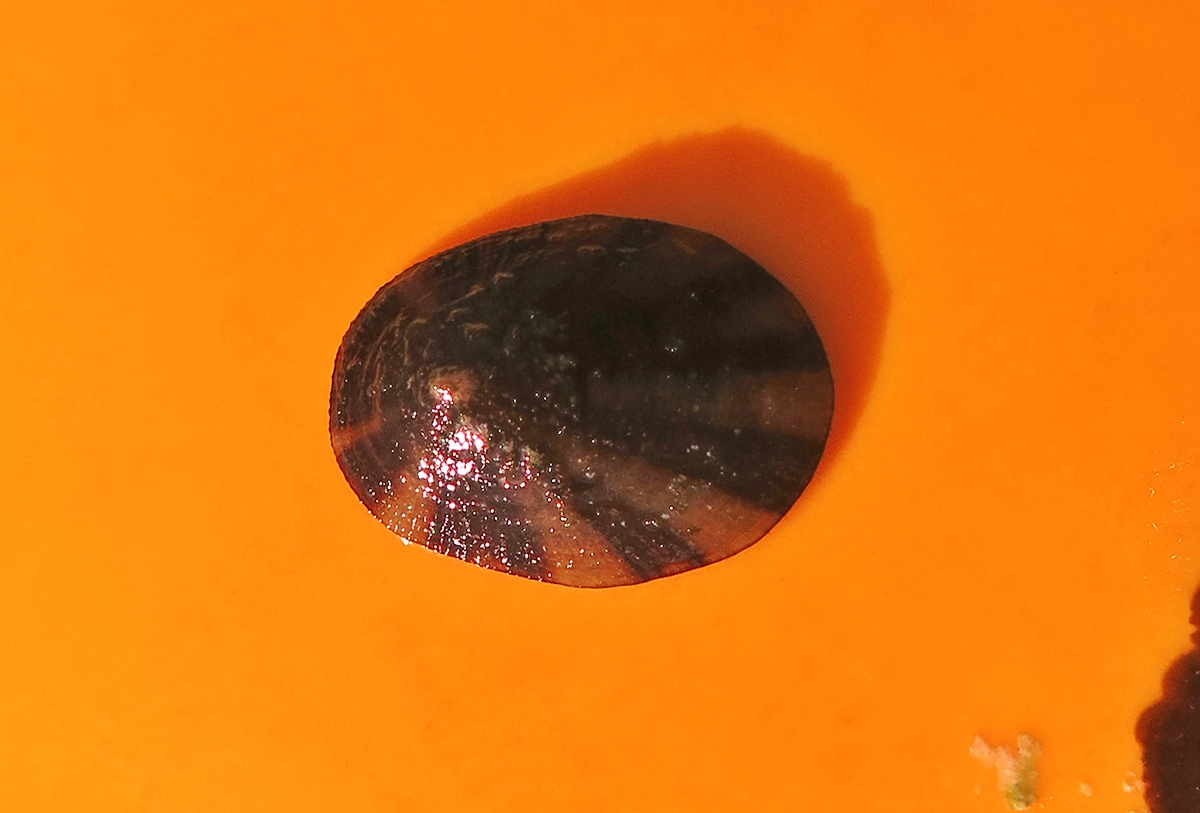
Cellana cylindrica (sur une bouée)
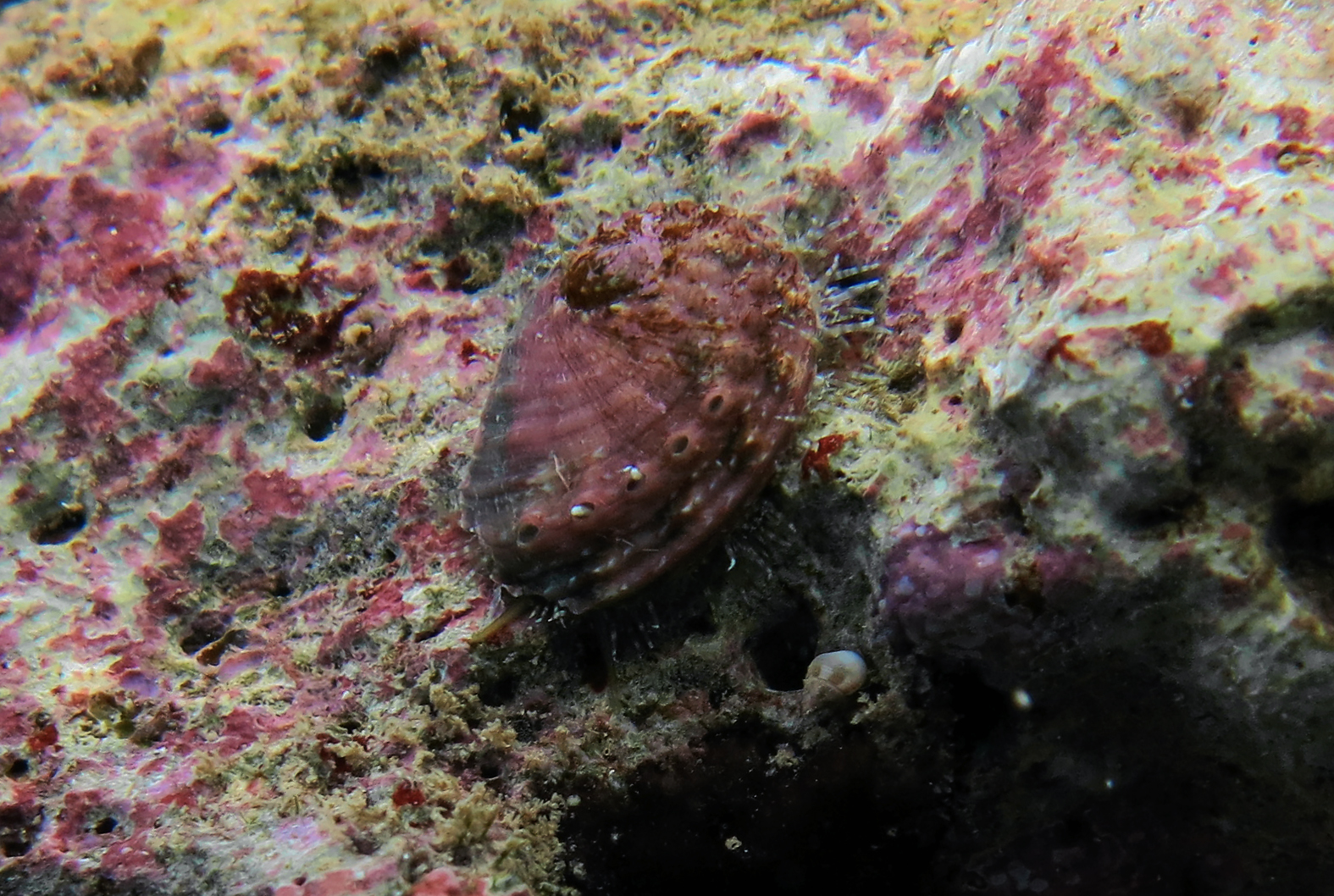
Haliotis unilateralis (rare)
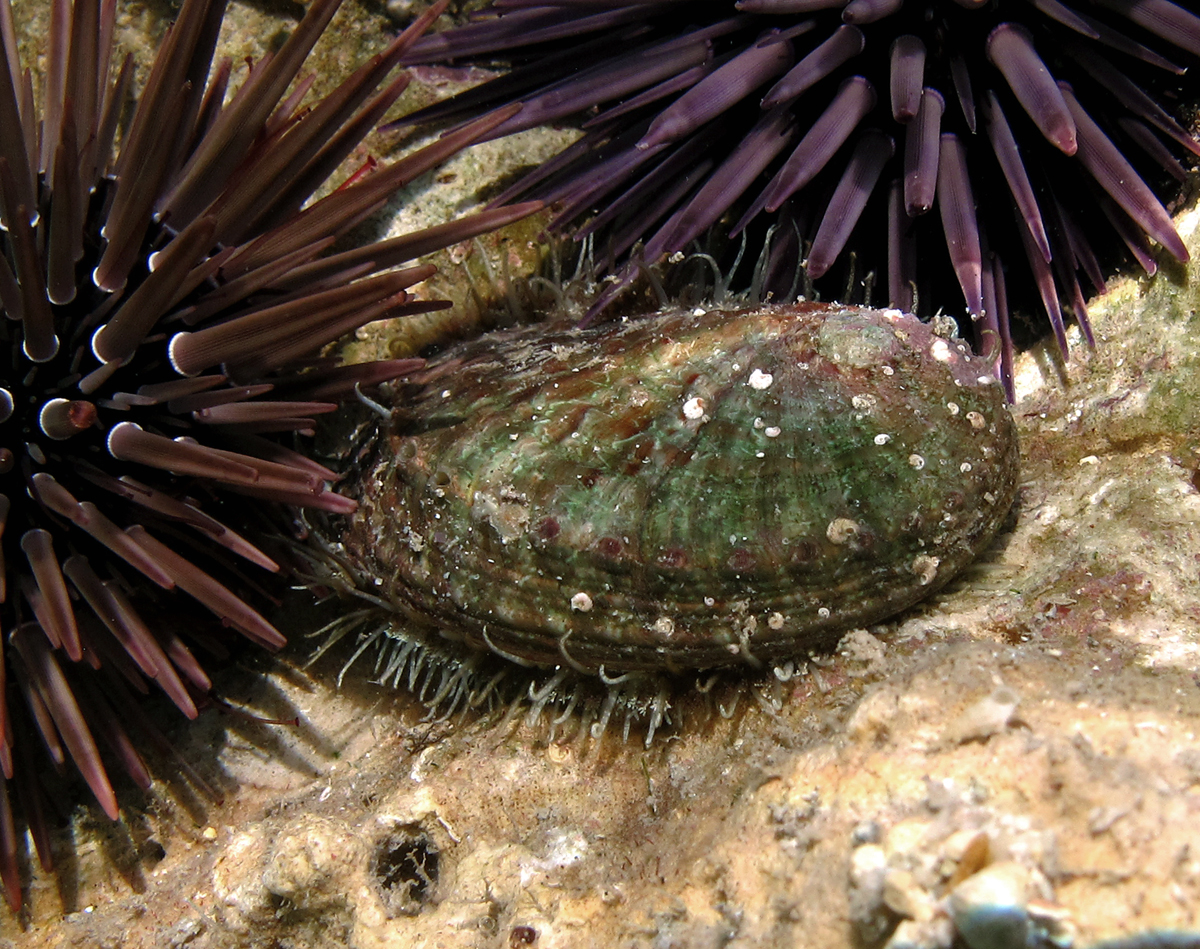
Un ormeau (Haliotis rugosa)
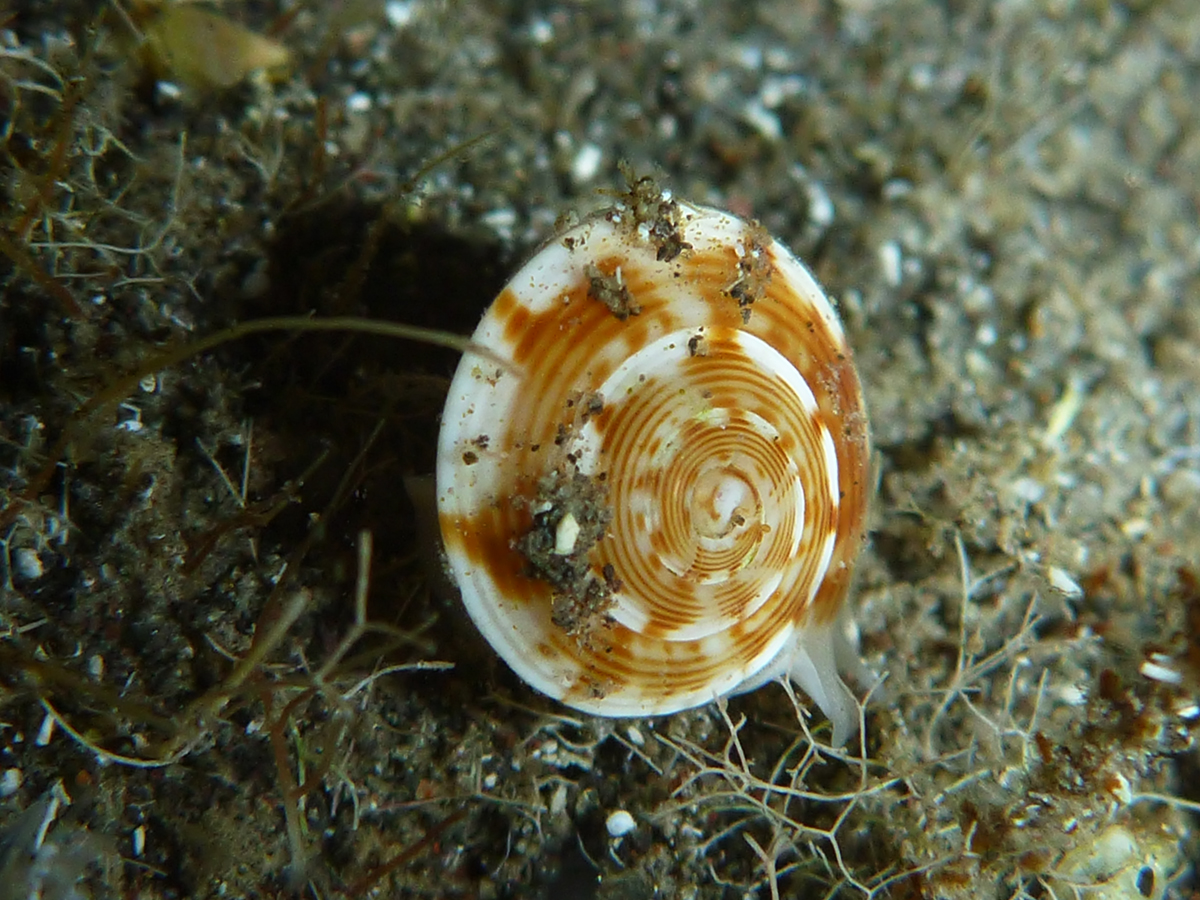
Psilaxis radiatus
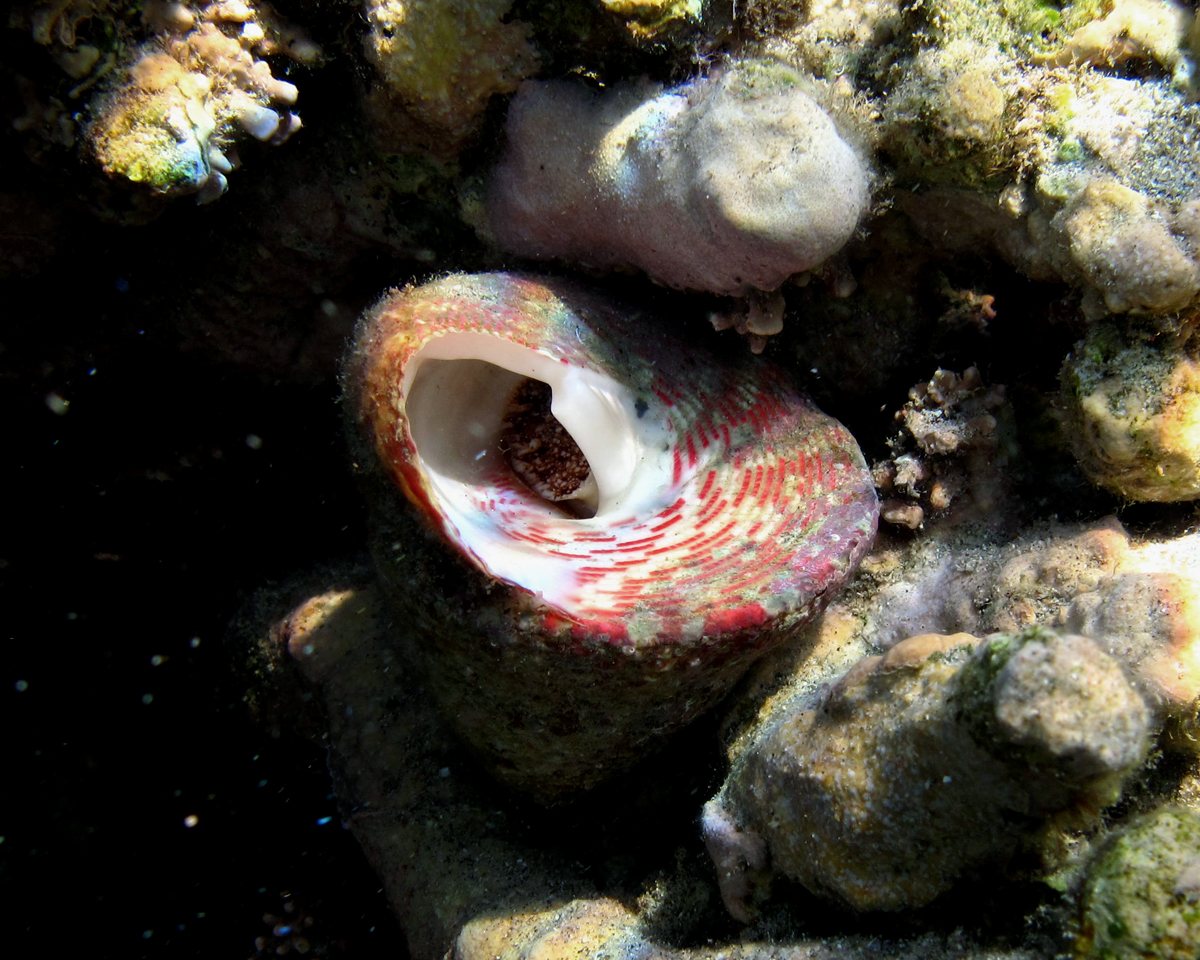
Tectus (Cardinalis) virgatus
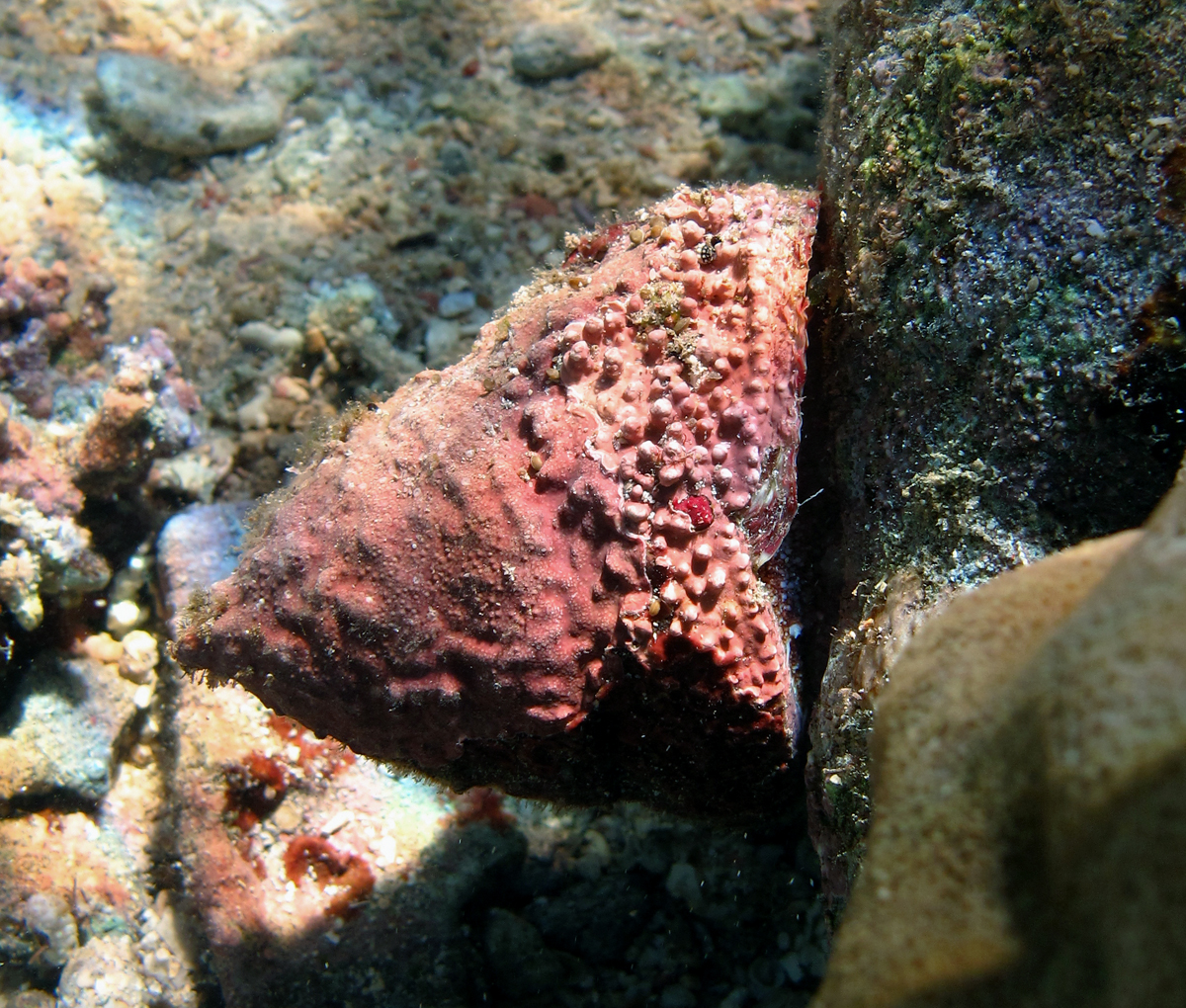
Tectus sp.
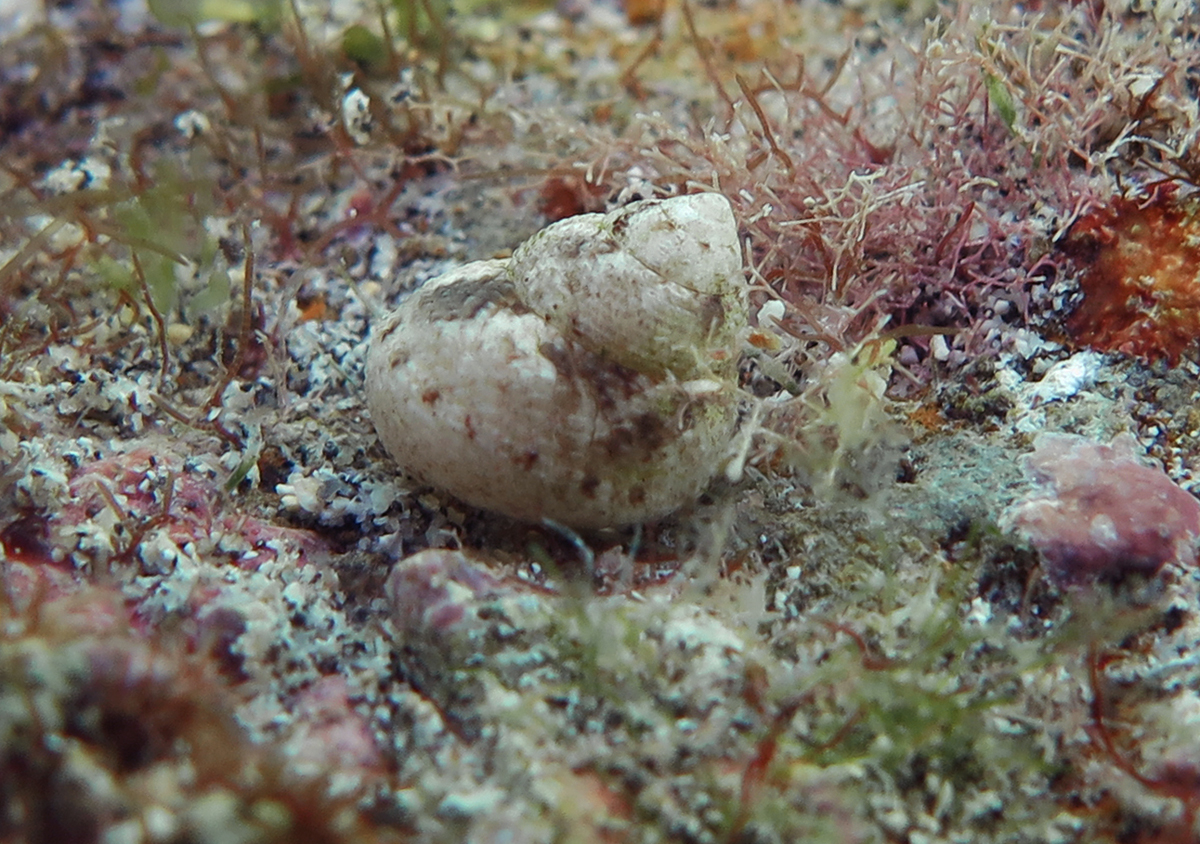
Priotrochus goudoti (très rare)
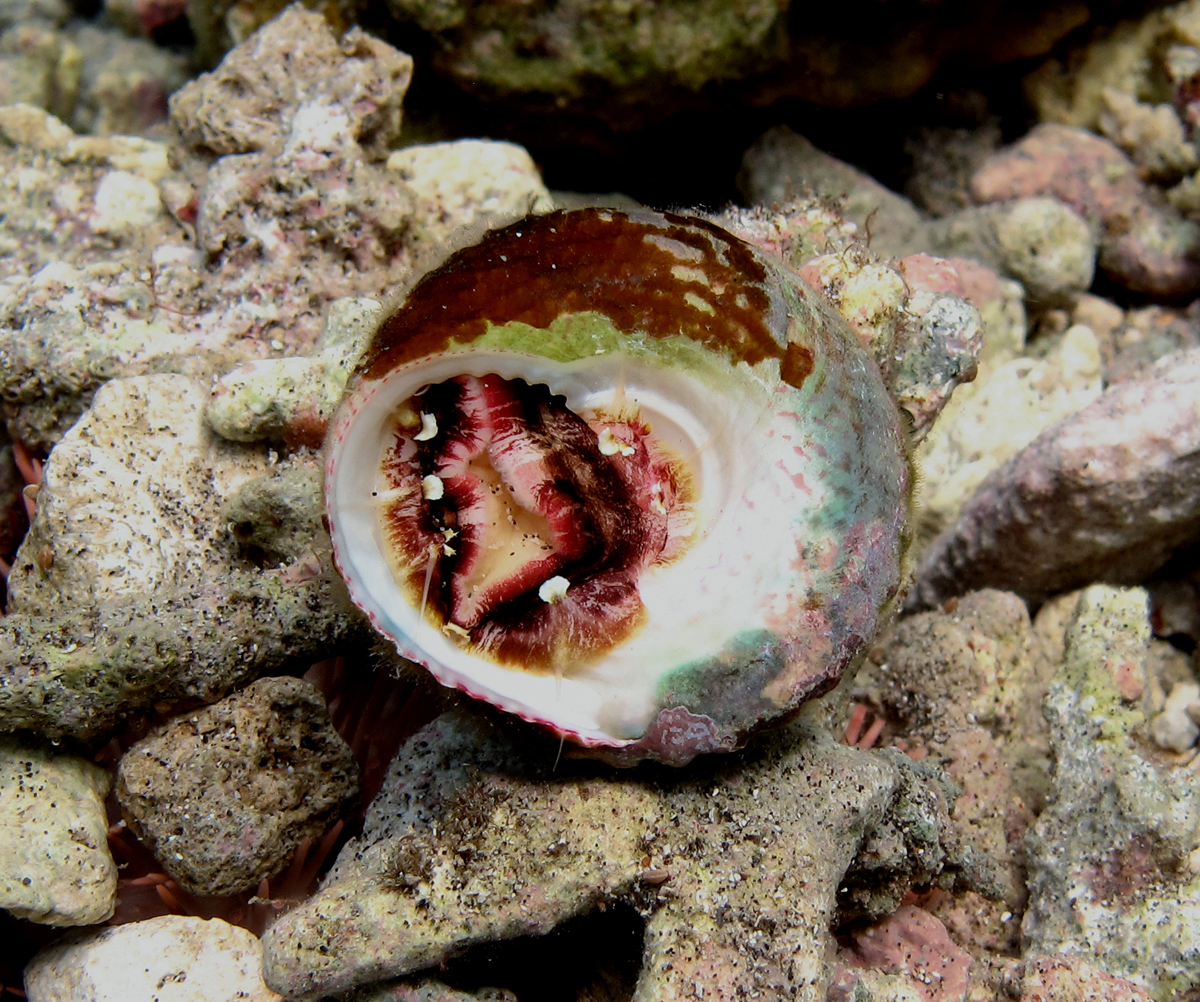
Une troque Trochus flammulatus
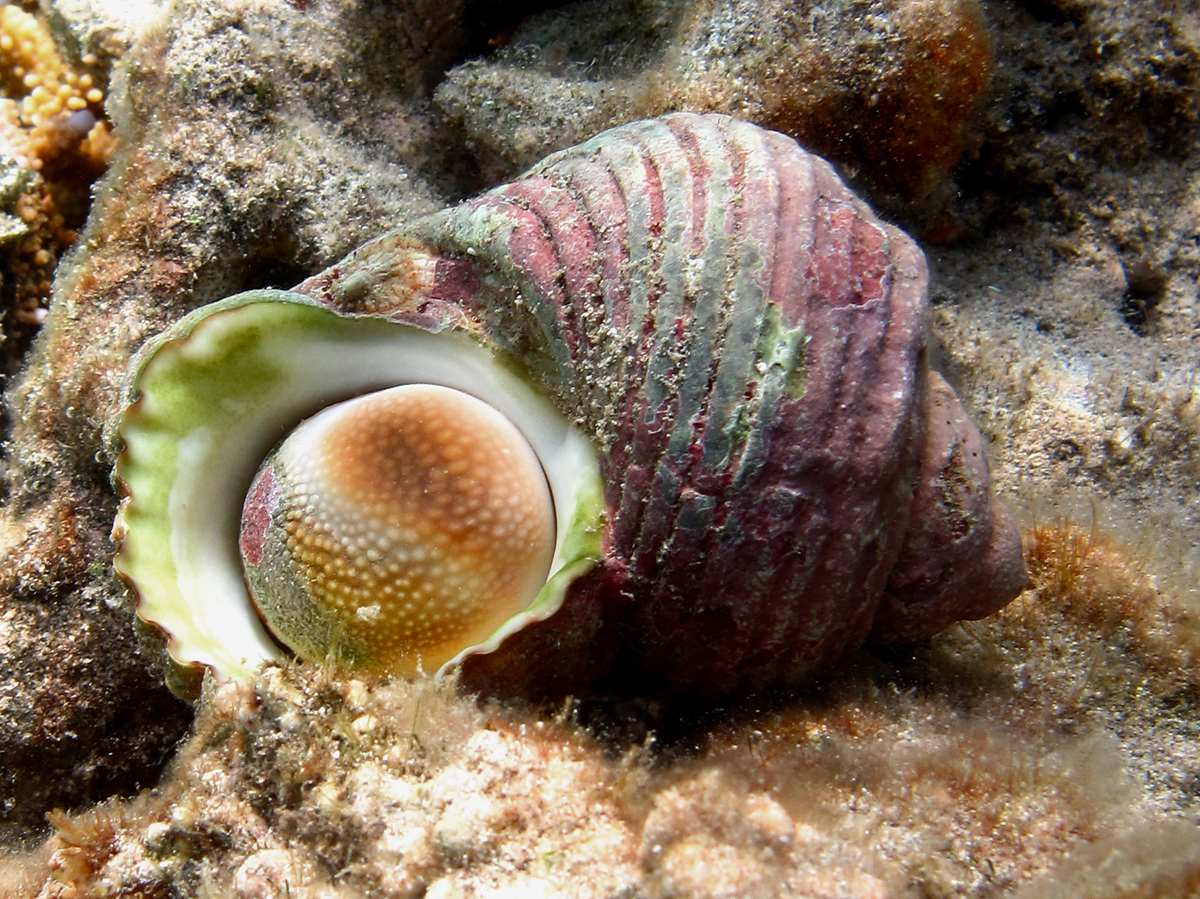
Turban à bouche d'argent (Turbo argyrostomus)
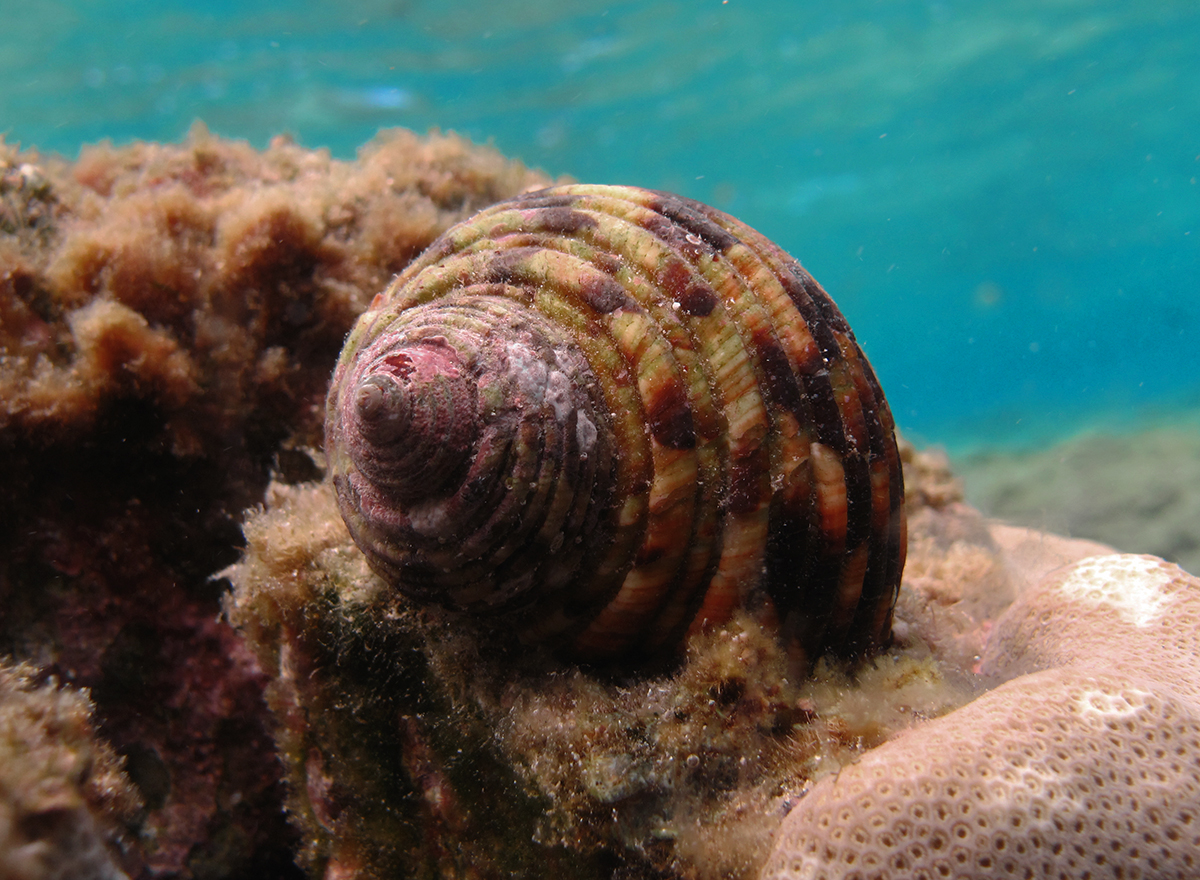
Turban rugueux (Turbo setosus)
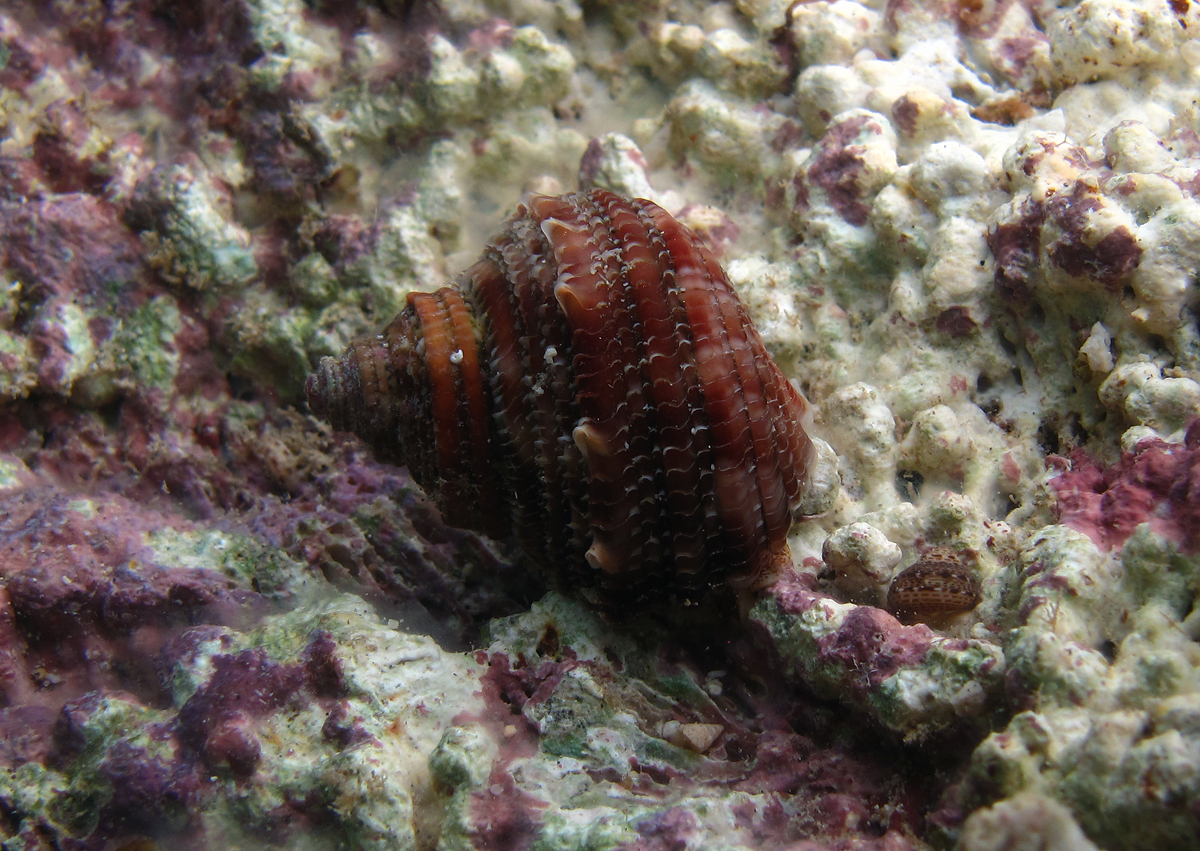
Turbo intercostalis
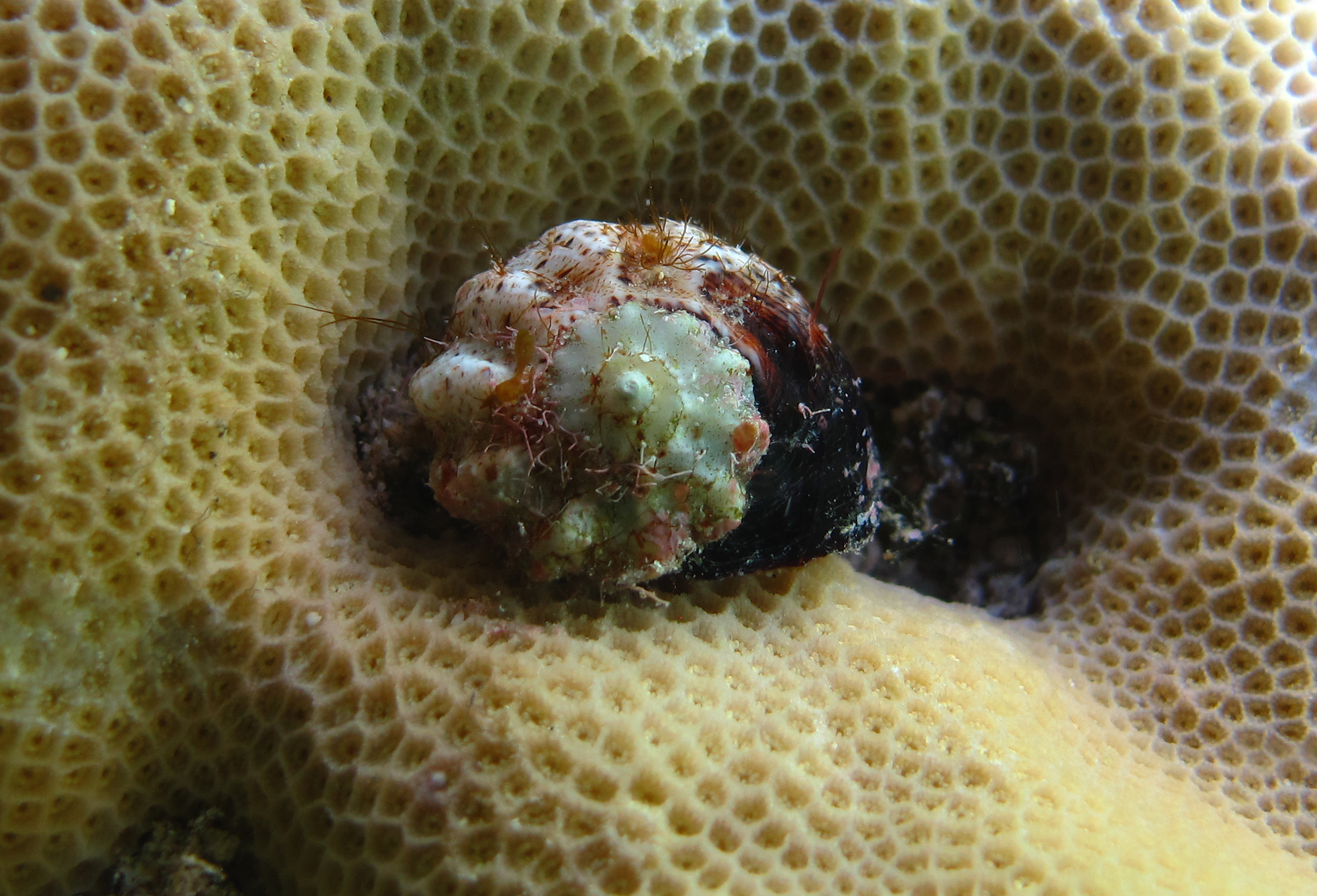
Indomodulus tectum
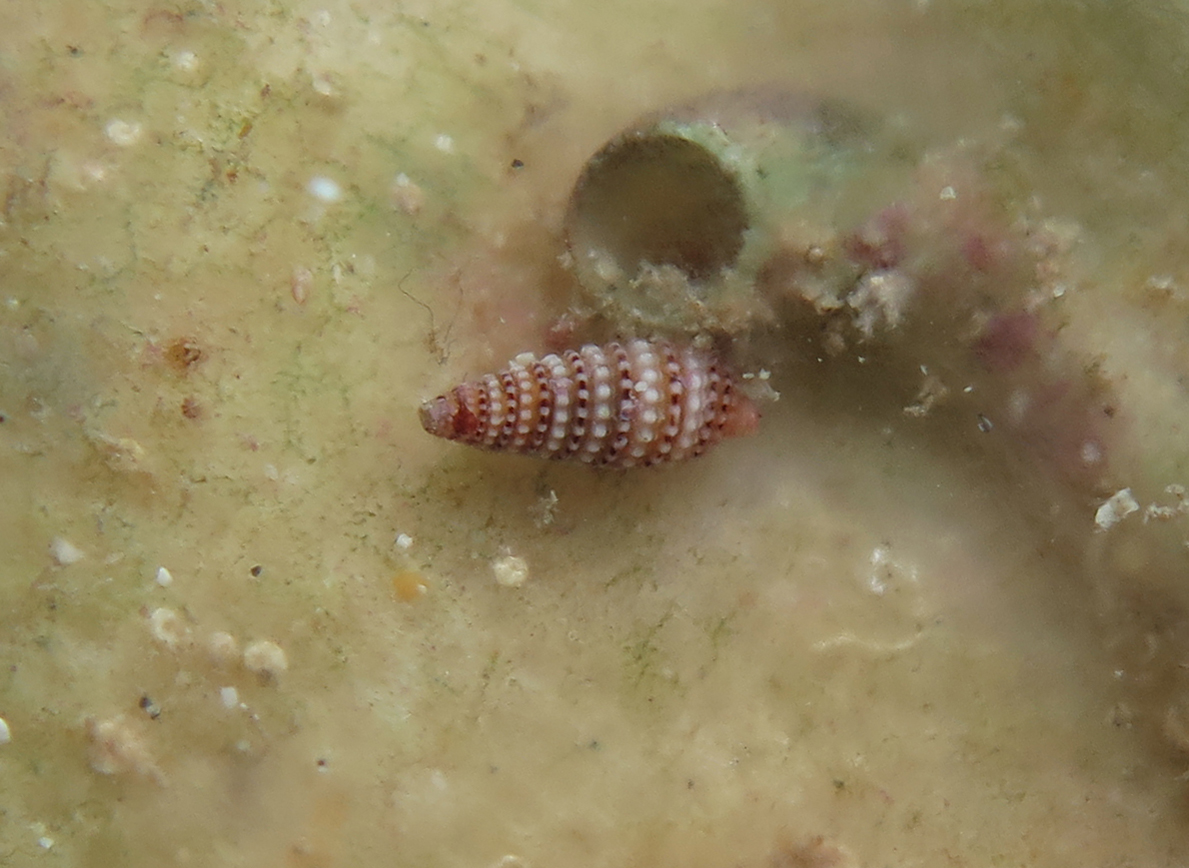
Triphora cf. gemmata
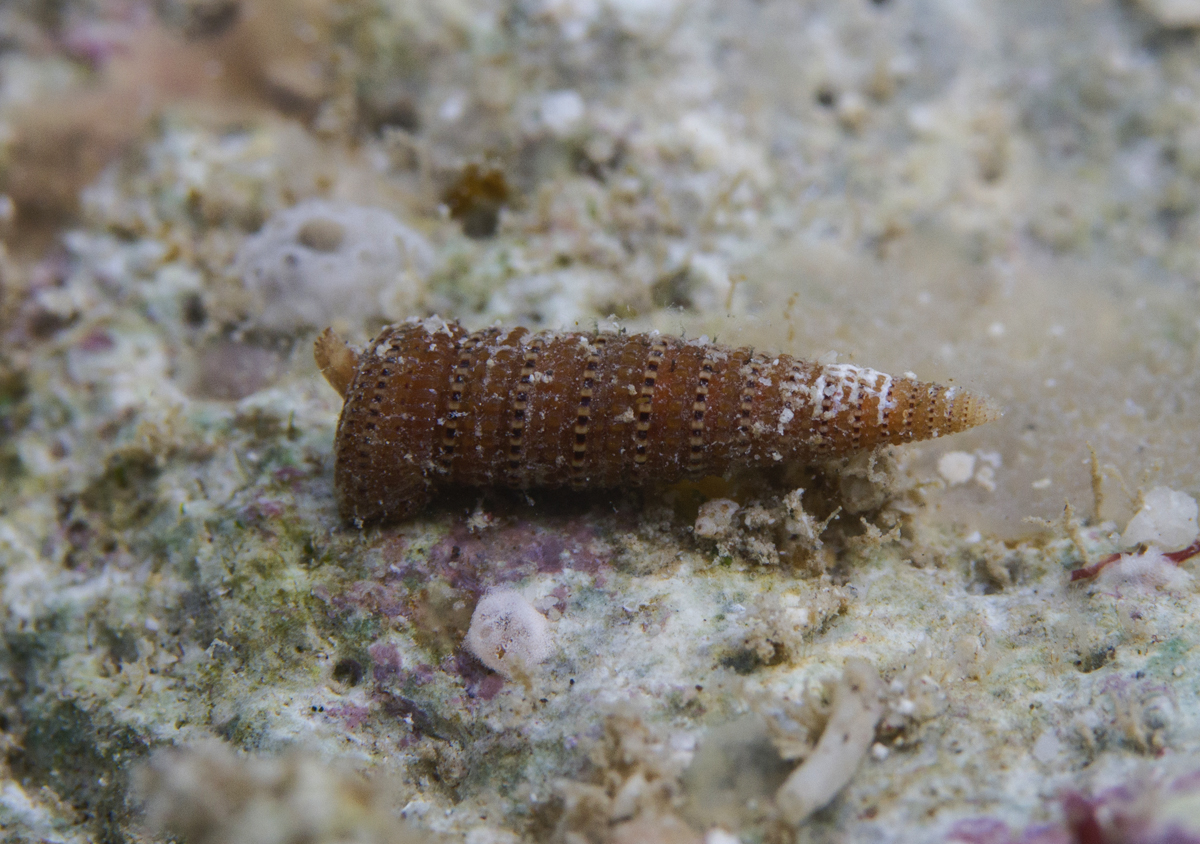
Triphora taeniolata
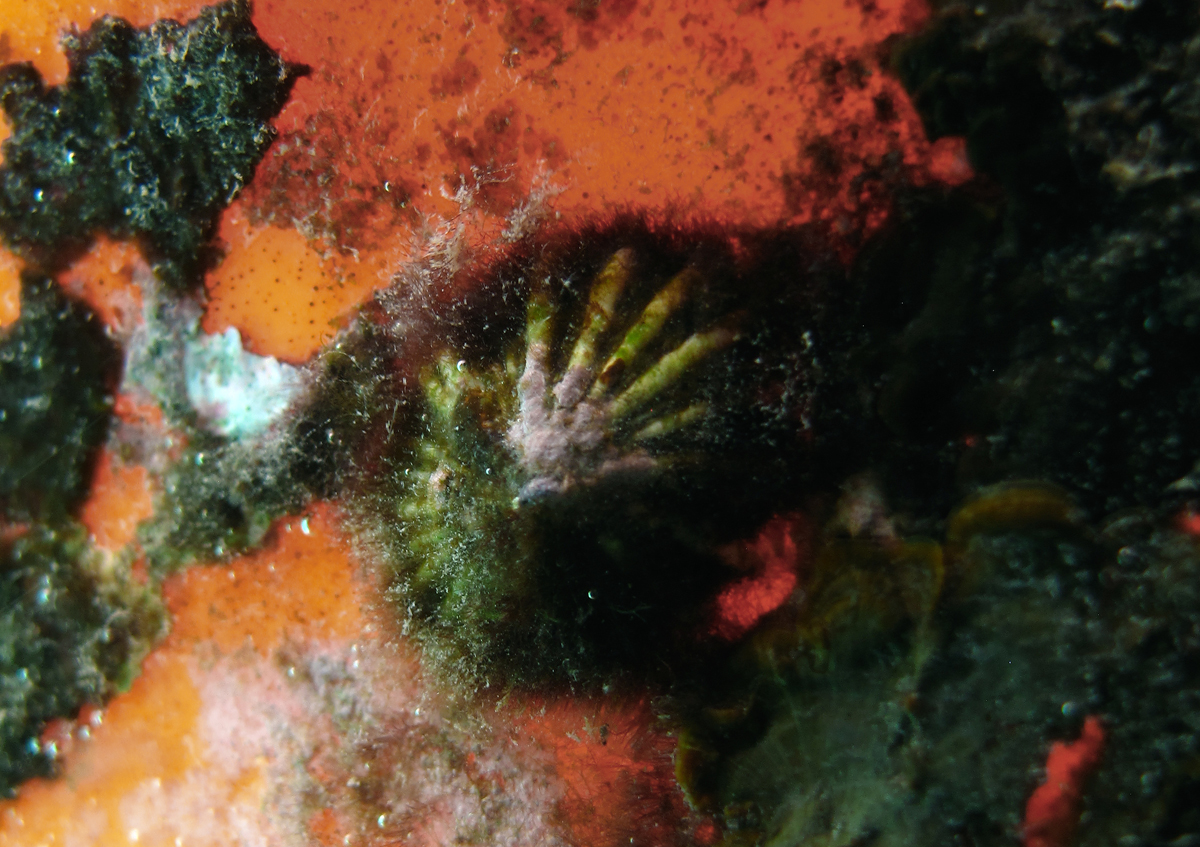
Scutellastra exusta
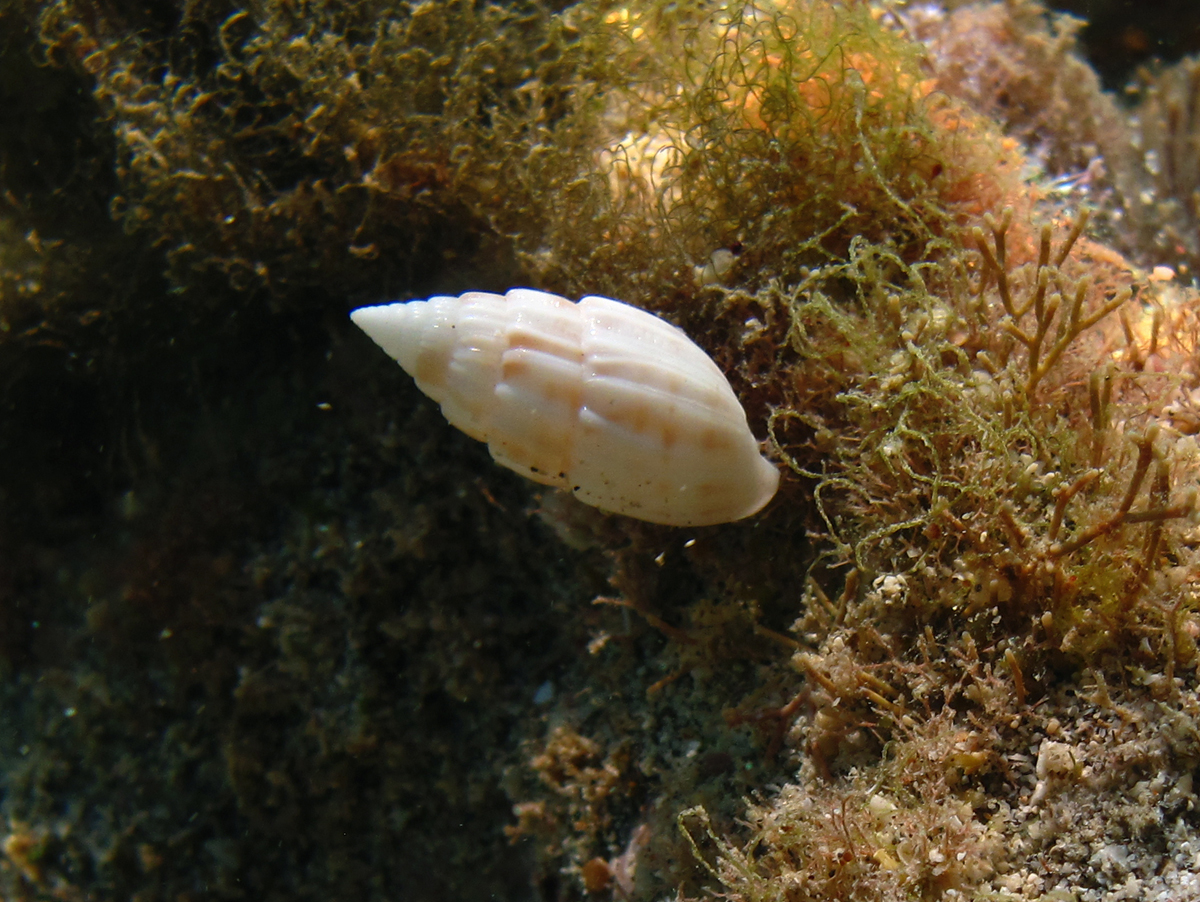
Otopleura auriscati
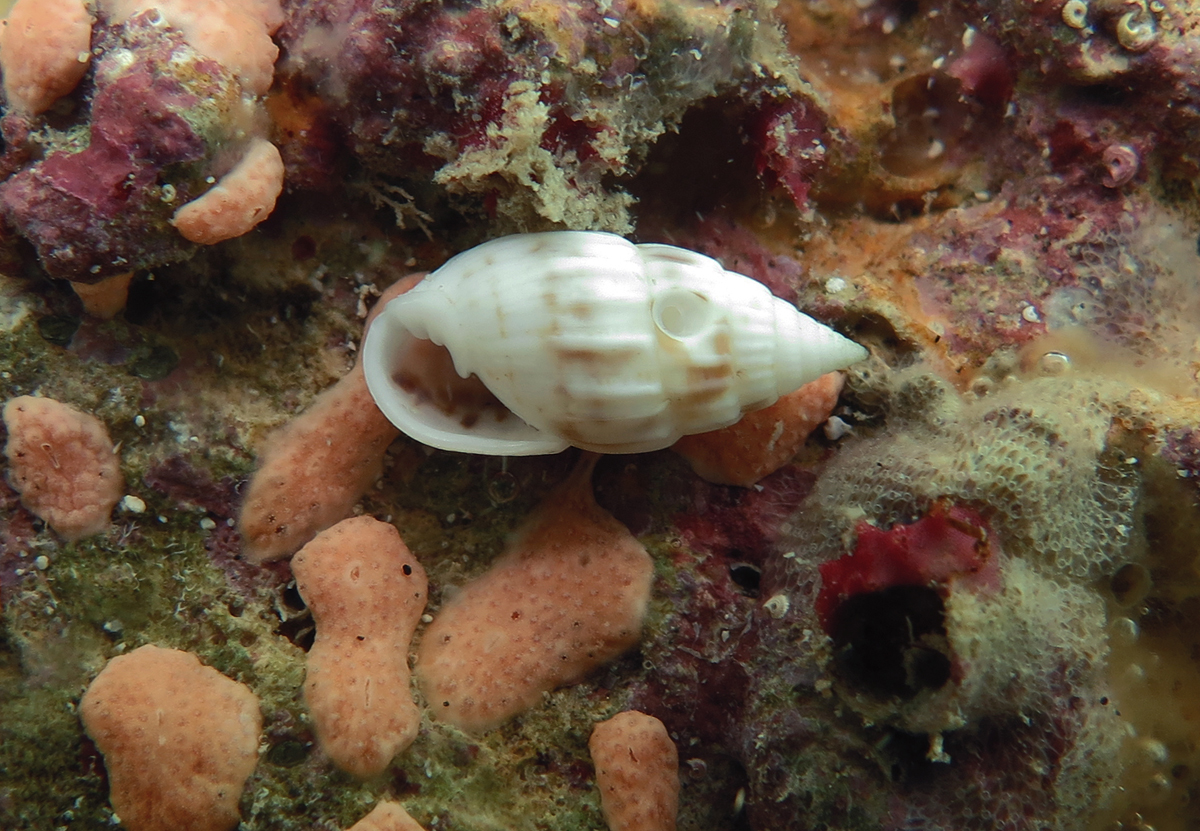
Otopleura mitralis
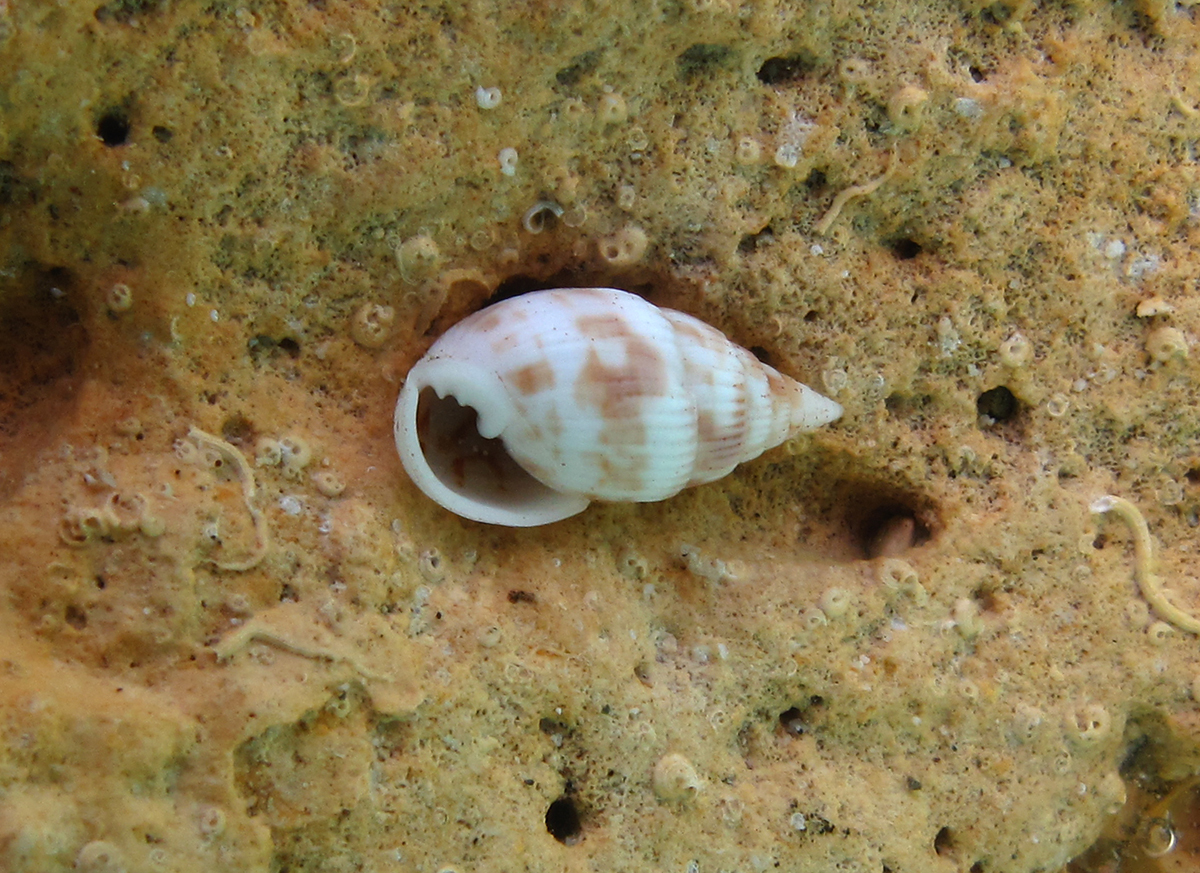
Otopleura nitida
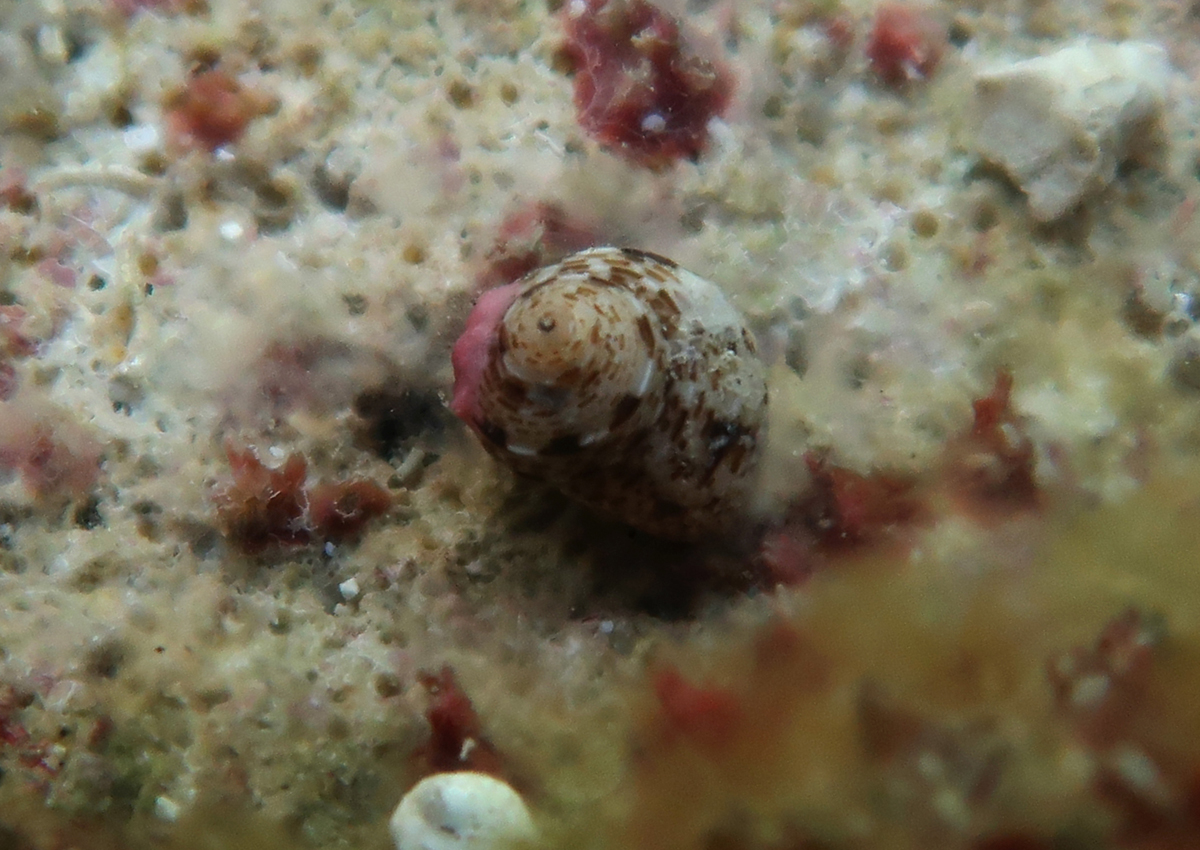
Leptothyra filifer
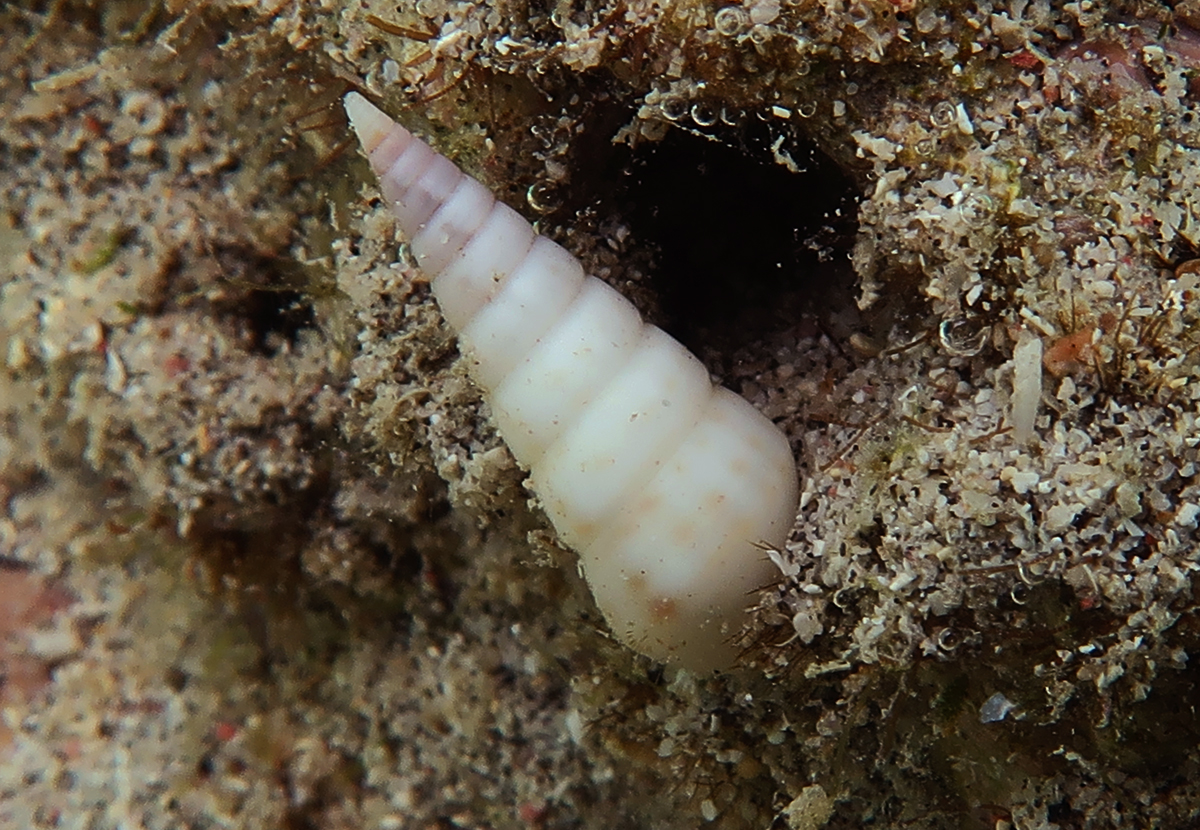
Longchaeus acus
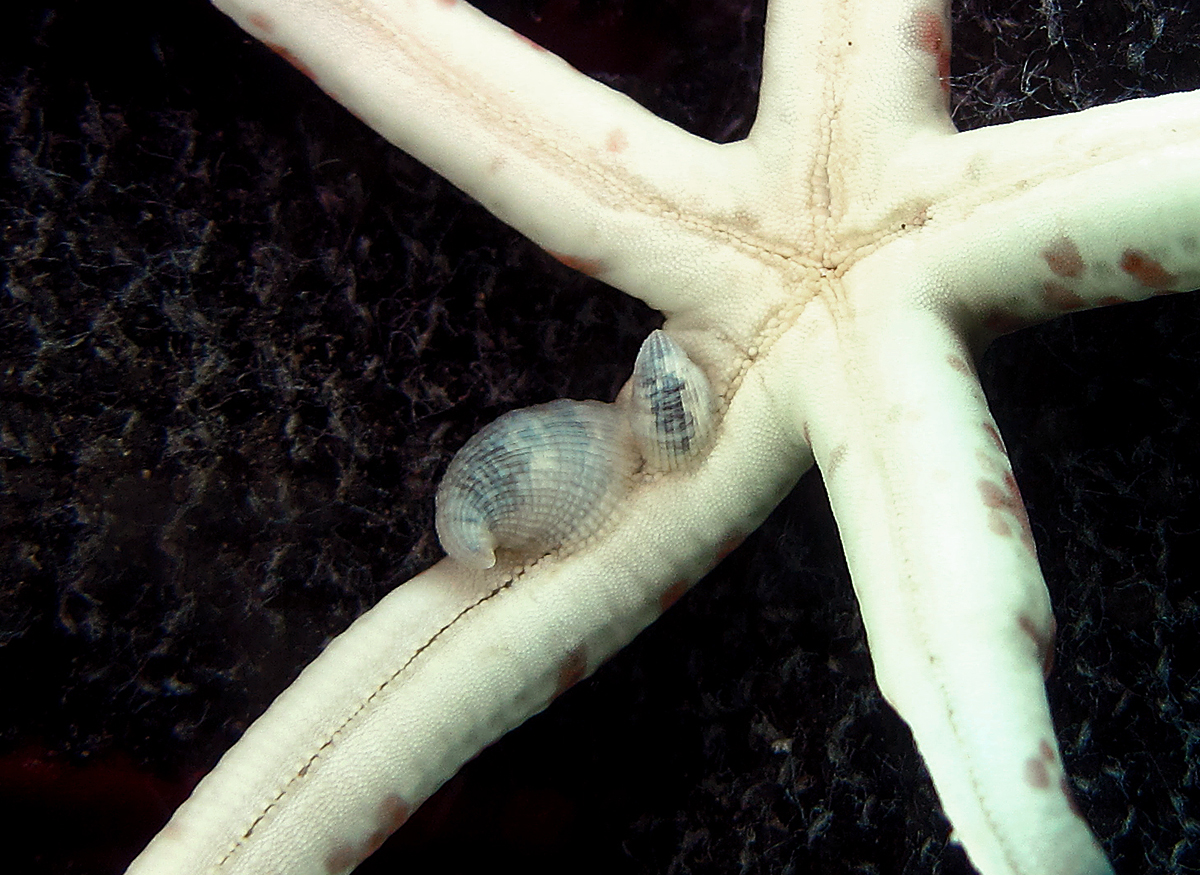
Des gastéropodes parasites Thyca ectoconcha sur une étoile de mer L. multifora.
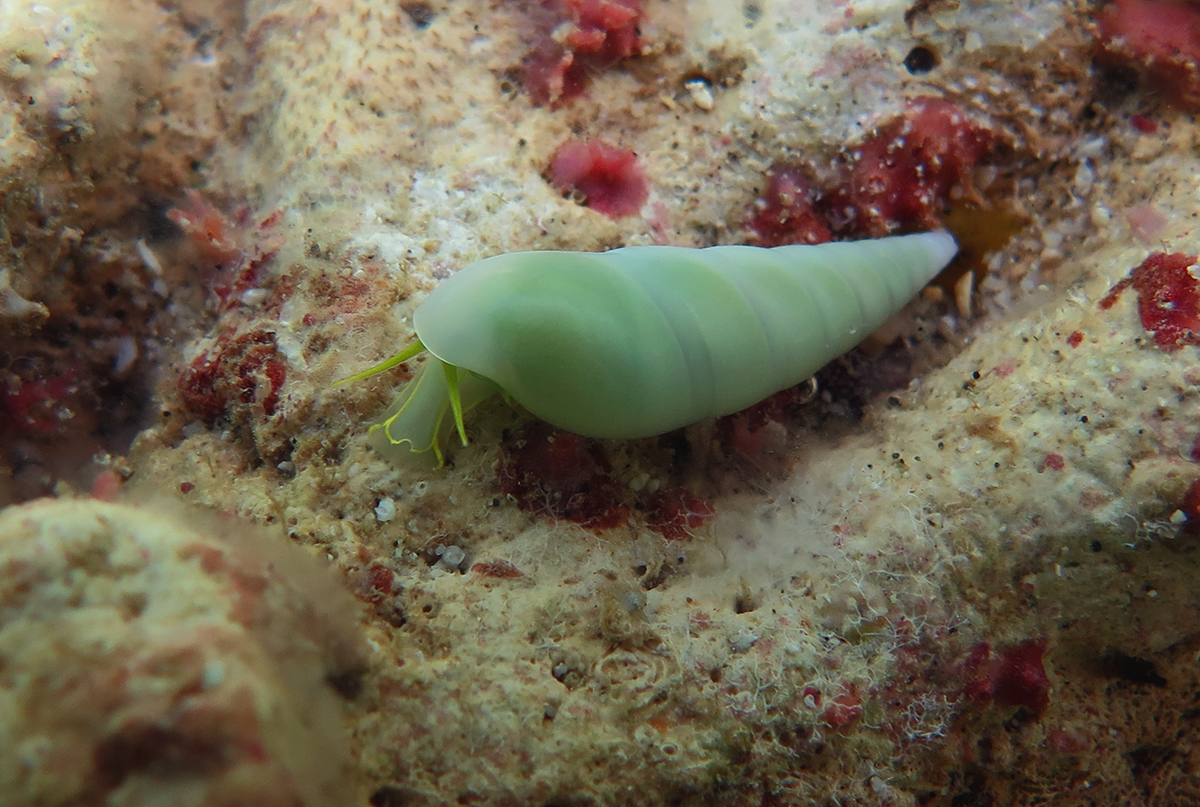
Melanella dufresnii
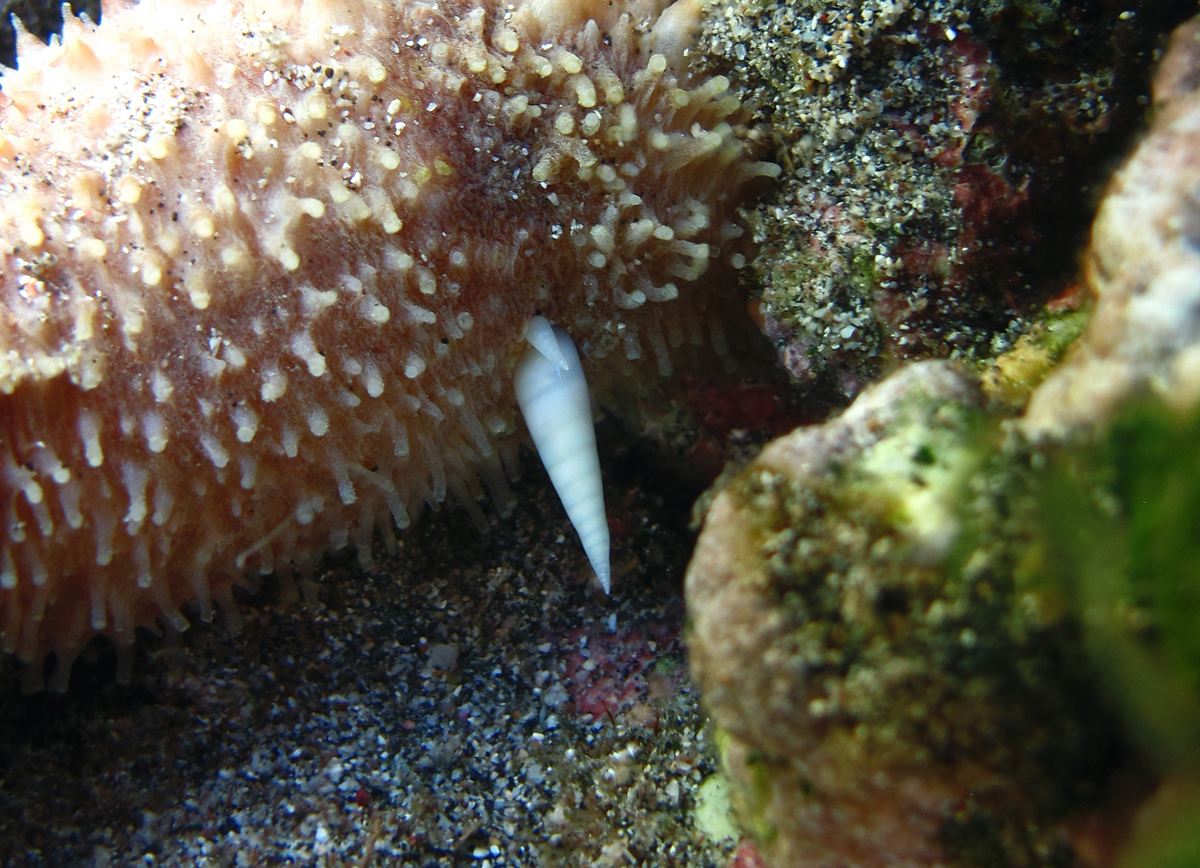
Deux gastéropodes parasites de la famille des Eulimidae sur H.verrucosa.
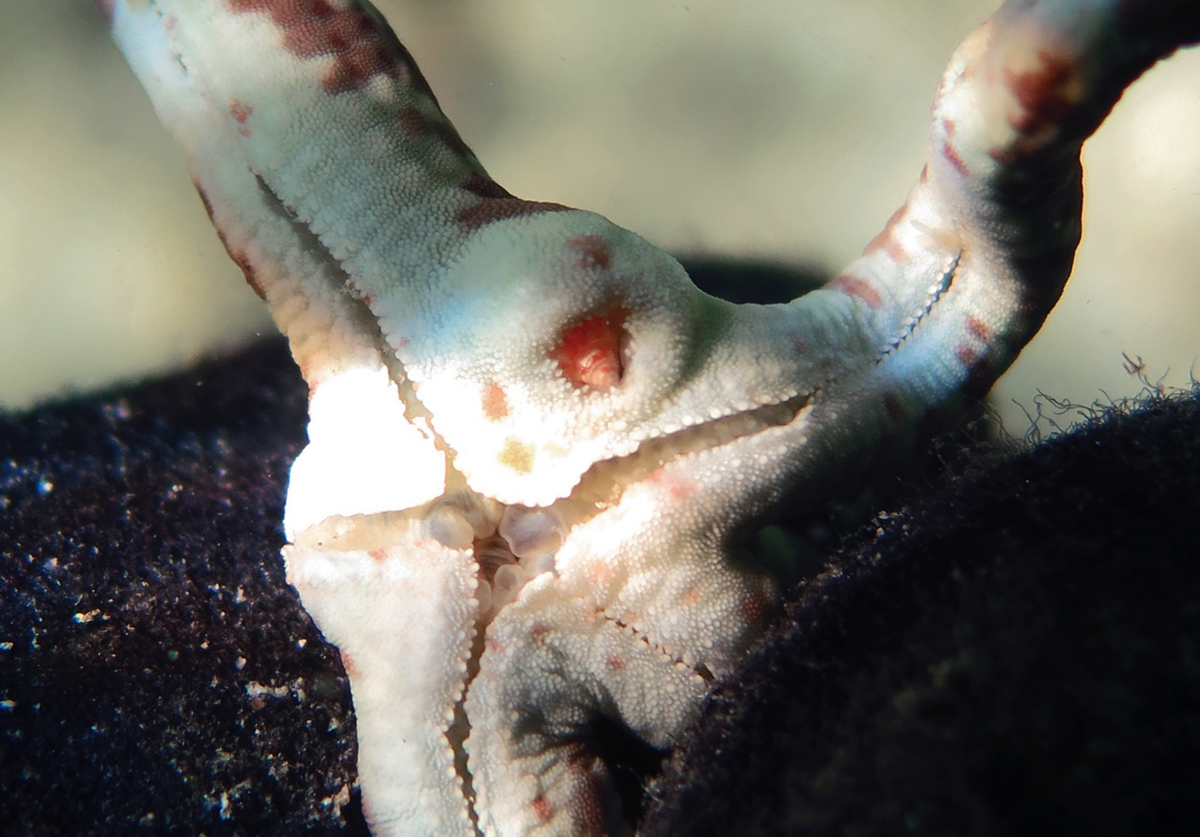
Stilifer linckiae
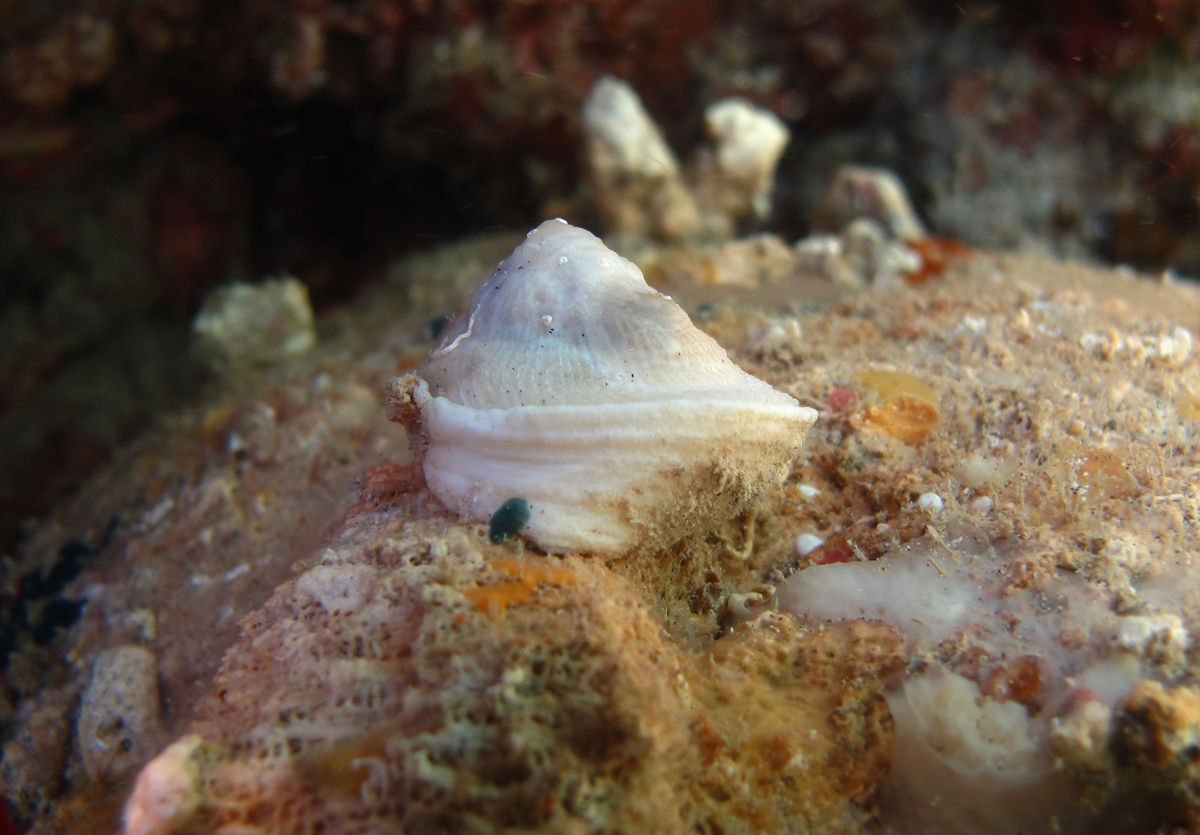
Trimusculus mauritianus, un gastéropode pulmoné (rare)
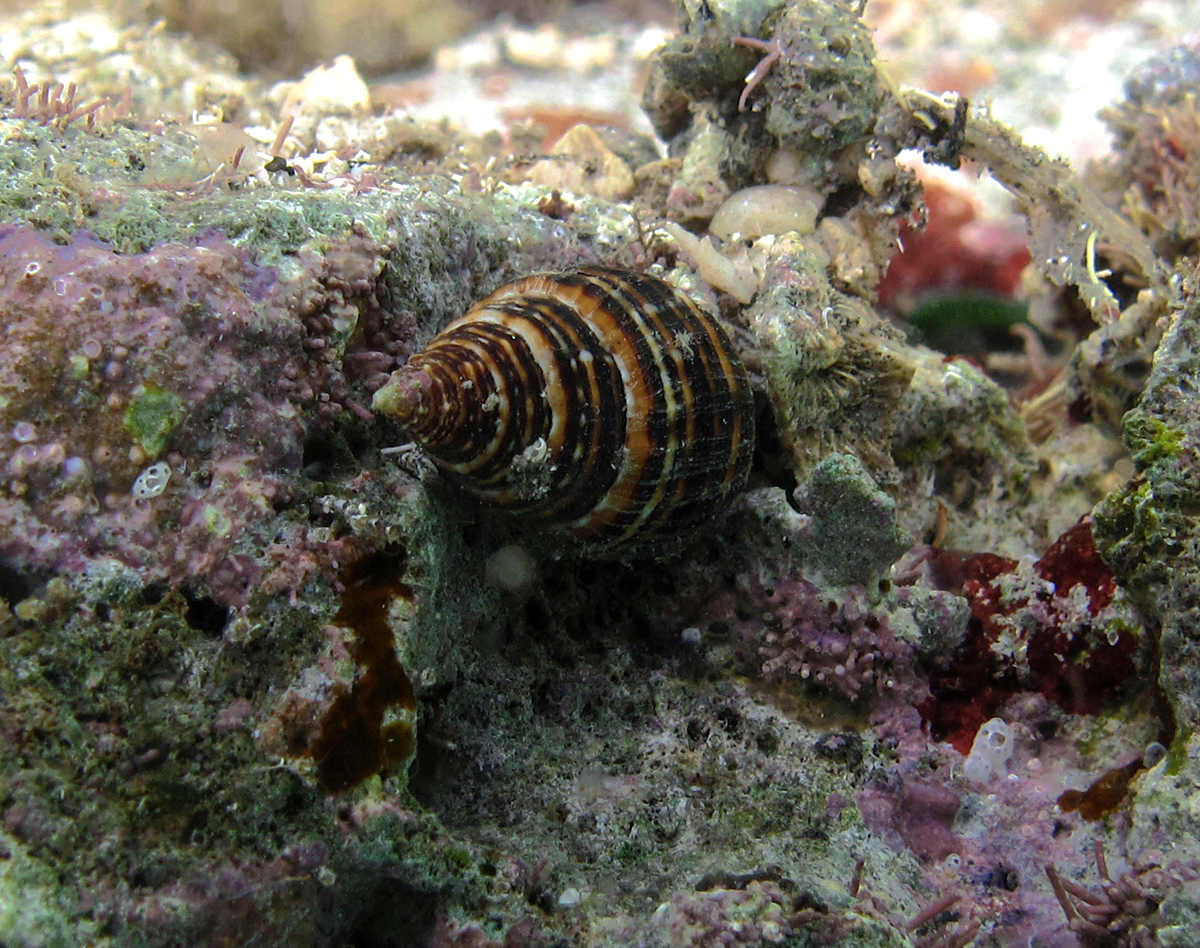
Un mollusque gastéropode non identifié.

### Limaces de mer
Les limaces de mer ne sont pas les cousines marines des limaces terrestres. Elles forment le groupe des Opistobranches, caractérisé notamment par la position des branchies en arrière du cœur (le mot grec « opisthos » signifie postérieur). Ce groupe contient cinq ordres principaux (Cephalaspidea, Sacoglossa, Anaspidea, Notaspidea et Nudibranchia), le dernier regroupant le plus grand nombre d’espèces, dont beaucoup sont présentes à La Réunion. Certaines, comme la danseuse espagnole, peuvent nager par ondulations des bords du manteau. Les aplysies, de l’ordre des Anaspidea, portent le nom vernaculaire de « lièvres de mer » en raison de leurs rhinophores érigés qui font penser à des oreilles de lapin. Elles peuvent nager au moyen des expansions latérales du manteau. La majorité des Opisthobranches sont carnivores, les éponges étant la proie élective de nombreuses espèces.
303 espèces d'opistobranches sont recensées en 2014 à La Réunion.
- « Lièvres de mer (Anaspidea, famille des Aplysiidae) »

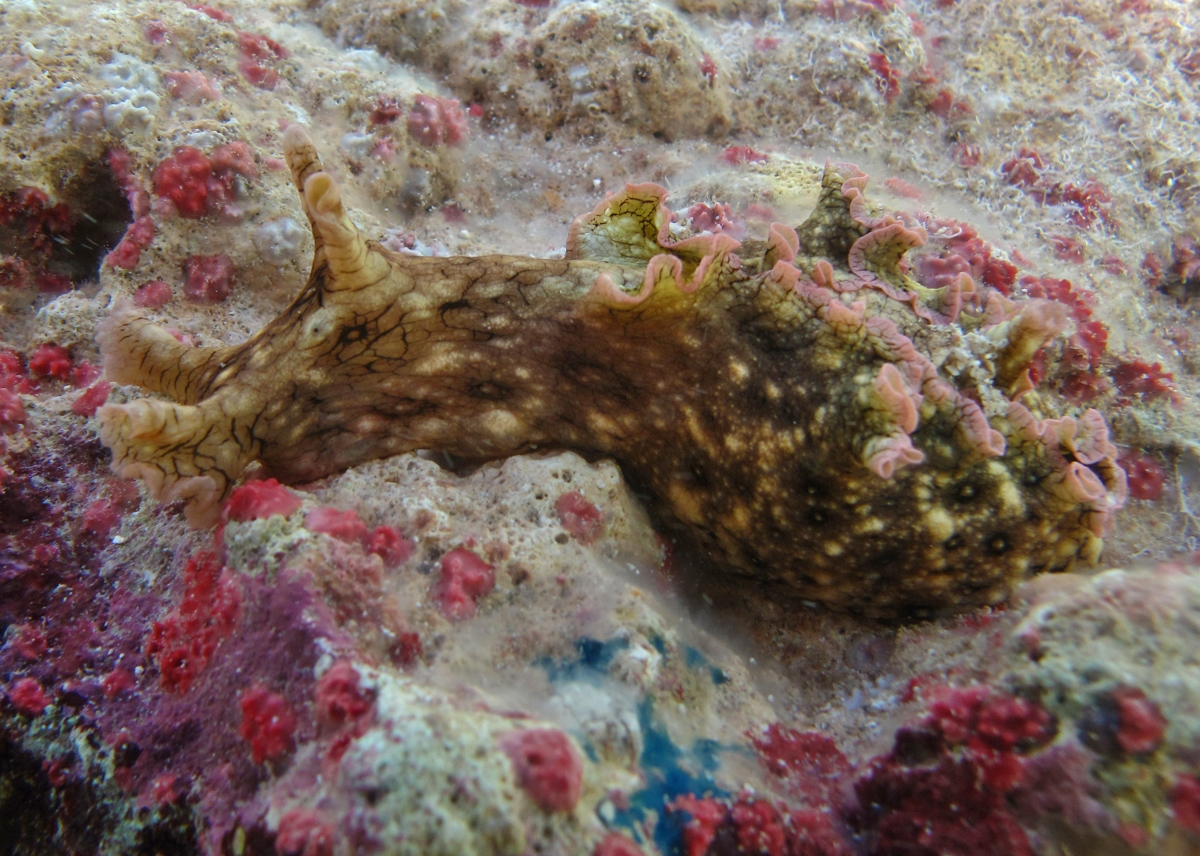
Aplysia argus
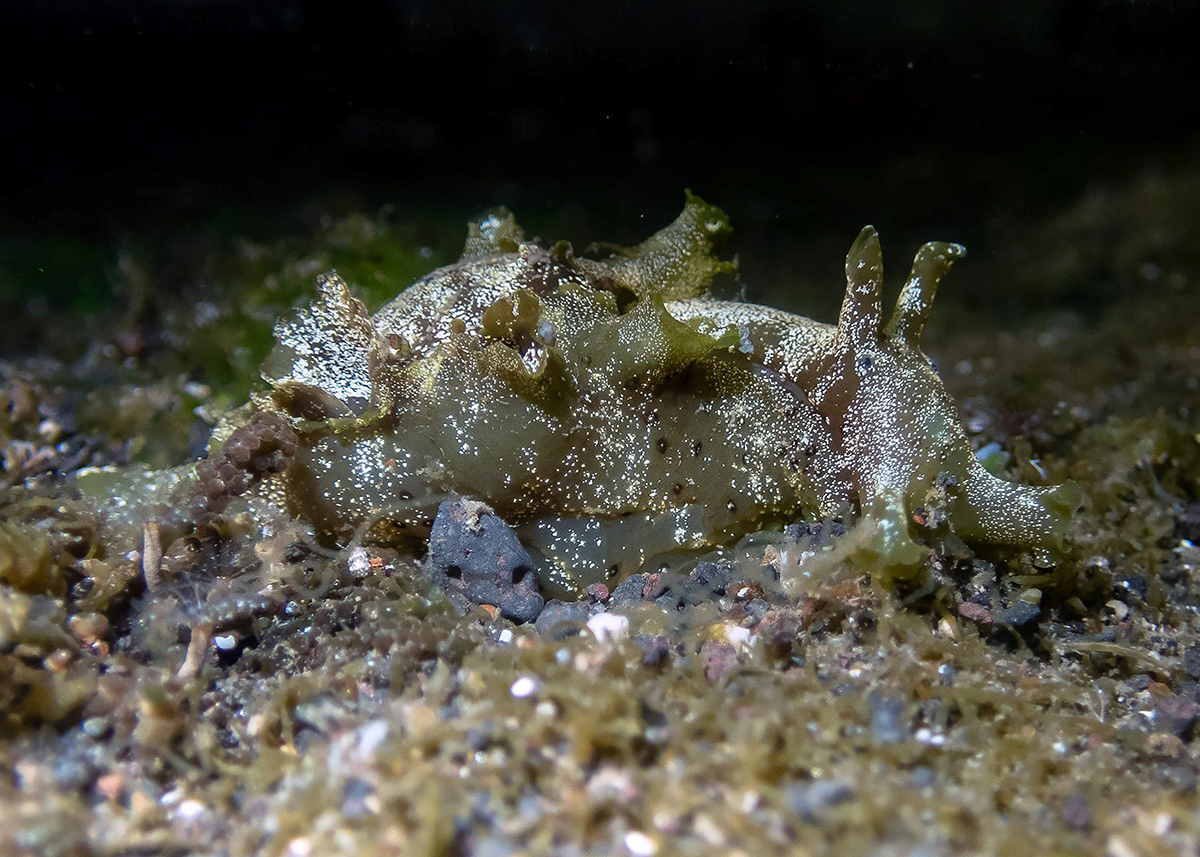
Aplysia oculifera, de nuit.
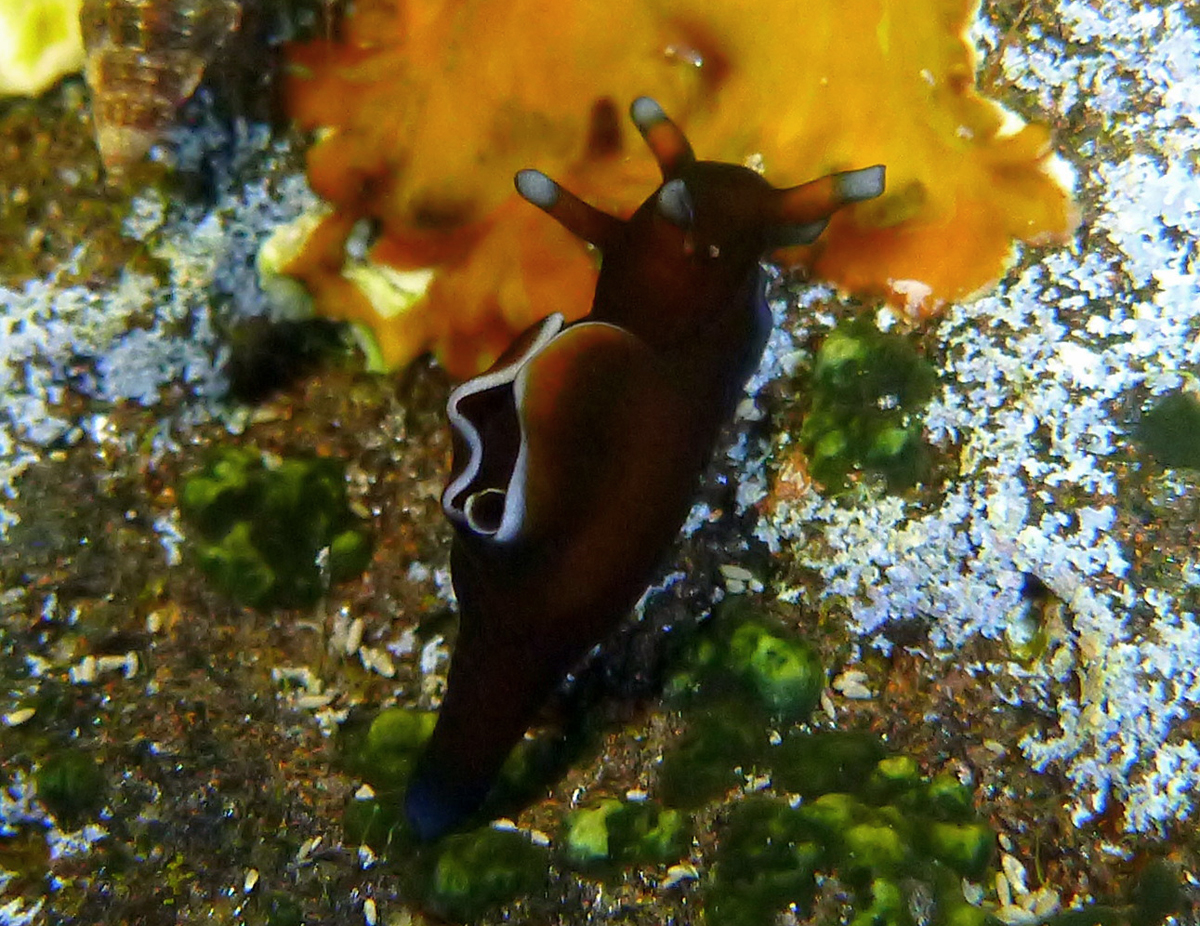
Une aplysie naine (Aplysia parvula)
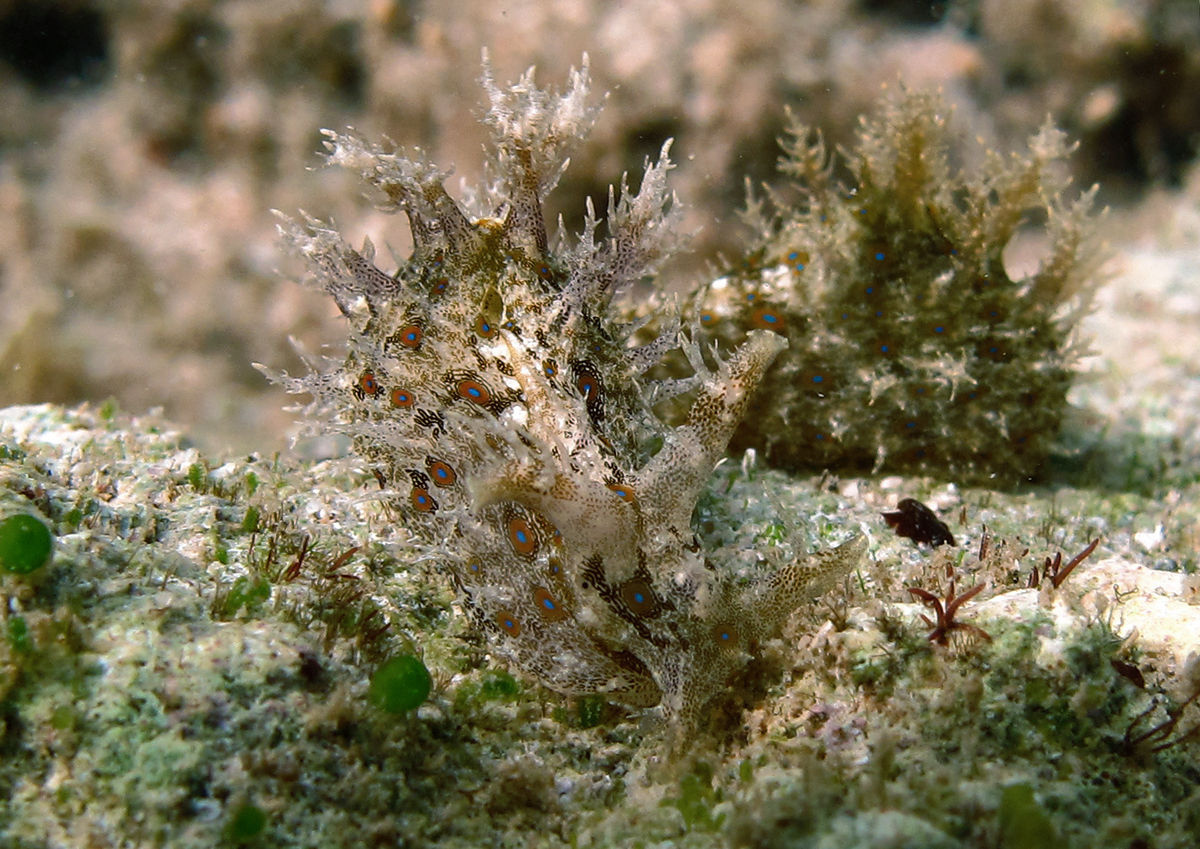
Lièvre de mer effiloché (Bursatella leachii)
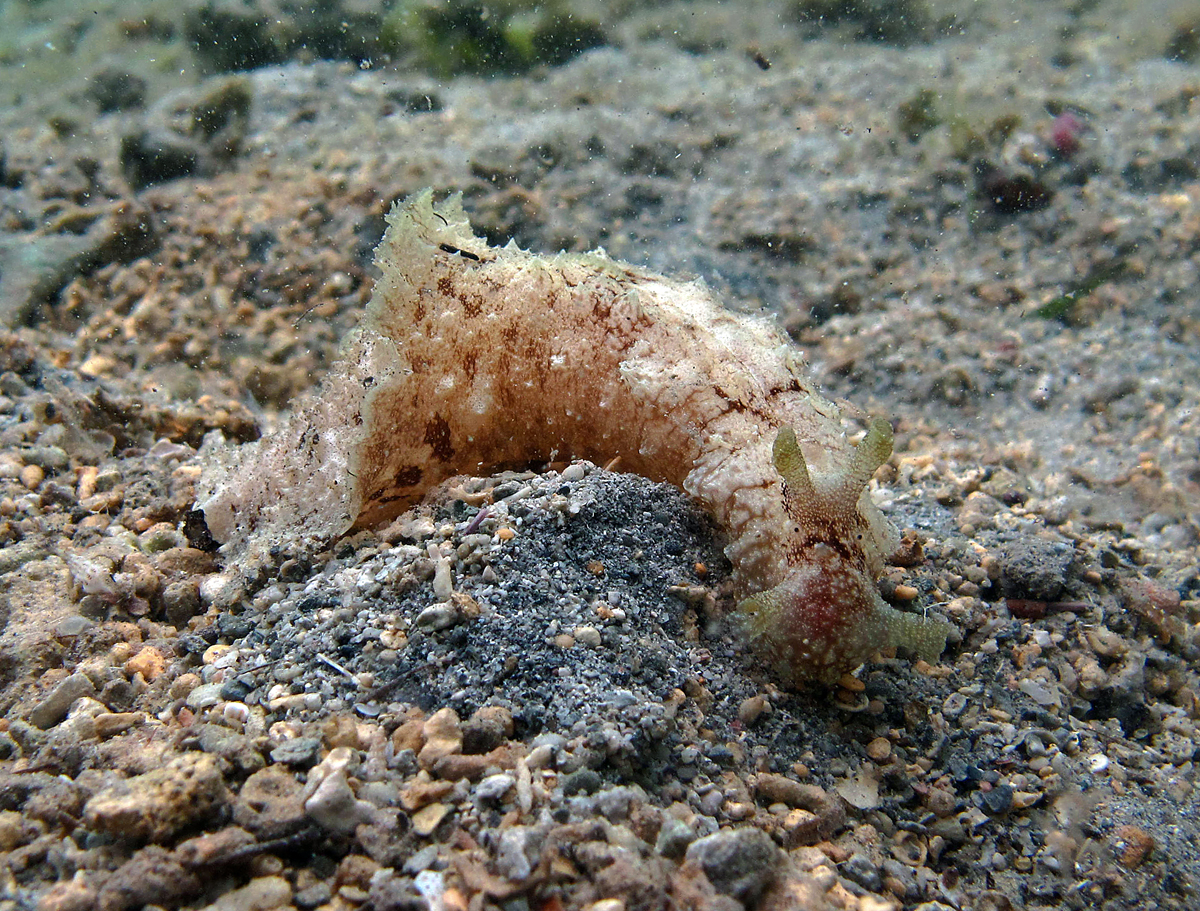
Dolabelle commune (Dolabella auricularia)
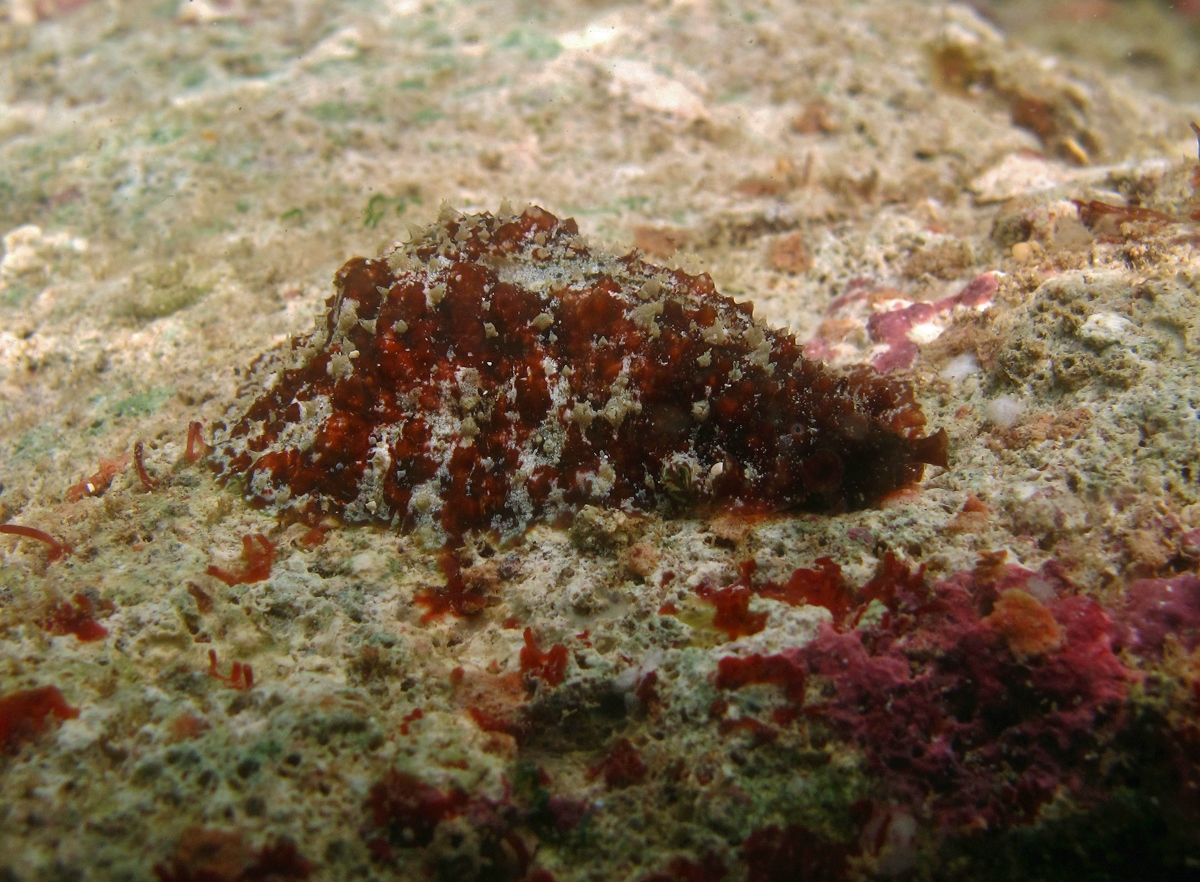
Dolabrifera dolabrifera (parfois appelé « Doladola »)
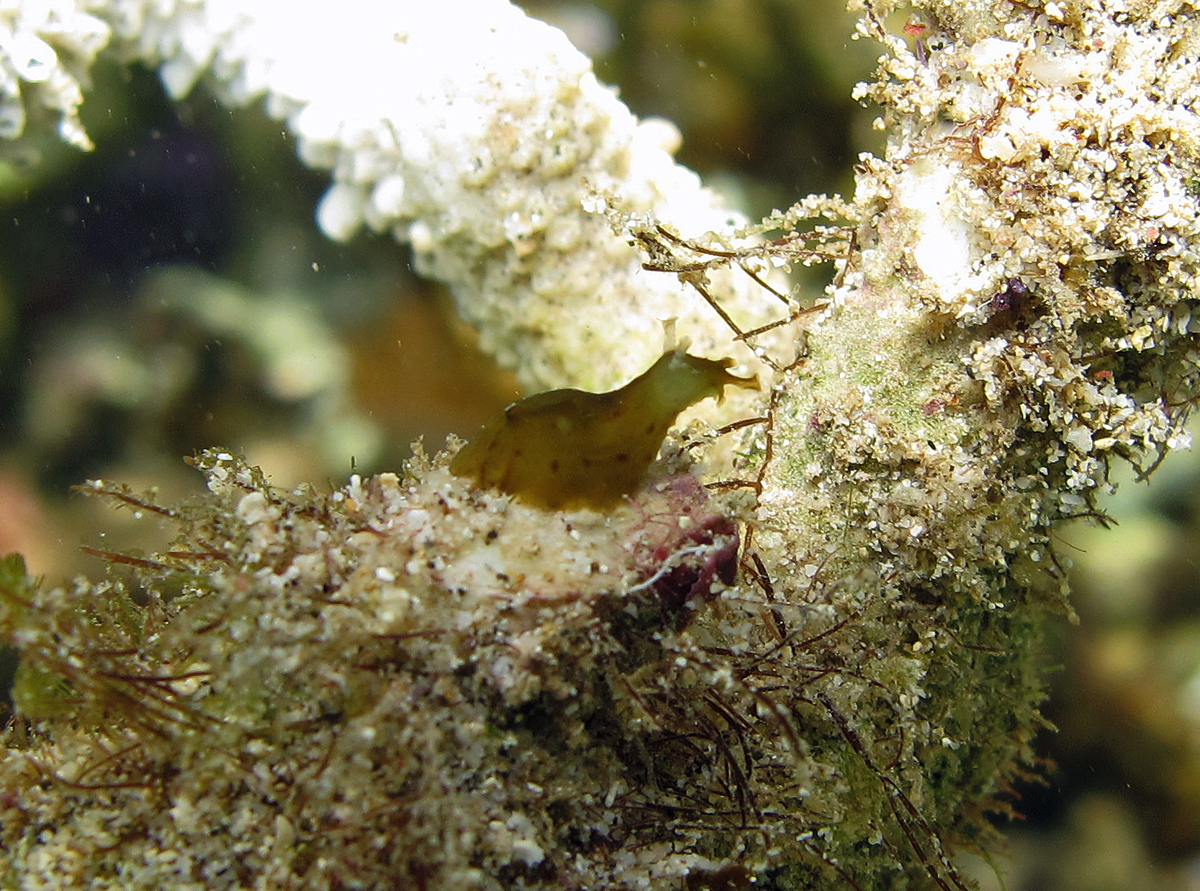
Phyllaplysia padinae
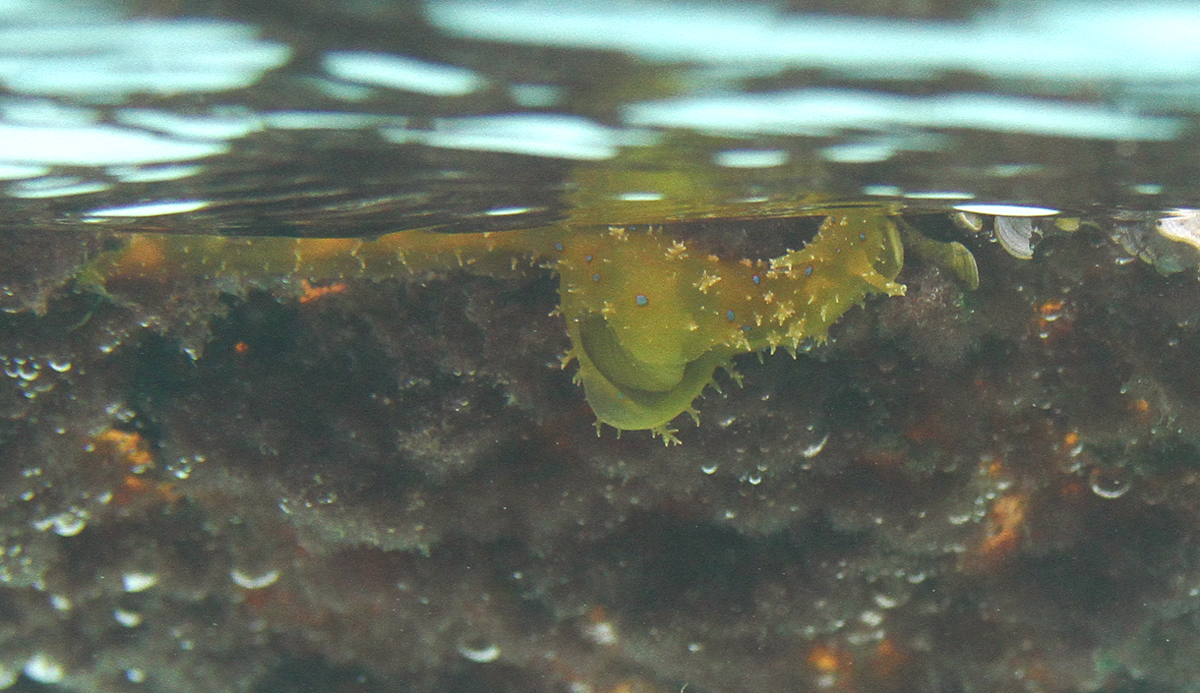
Stylocheilus longicauda
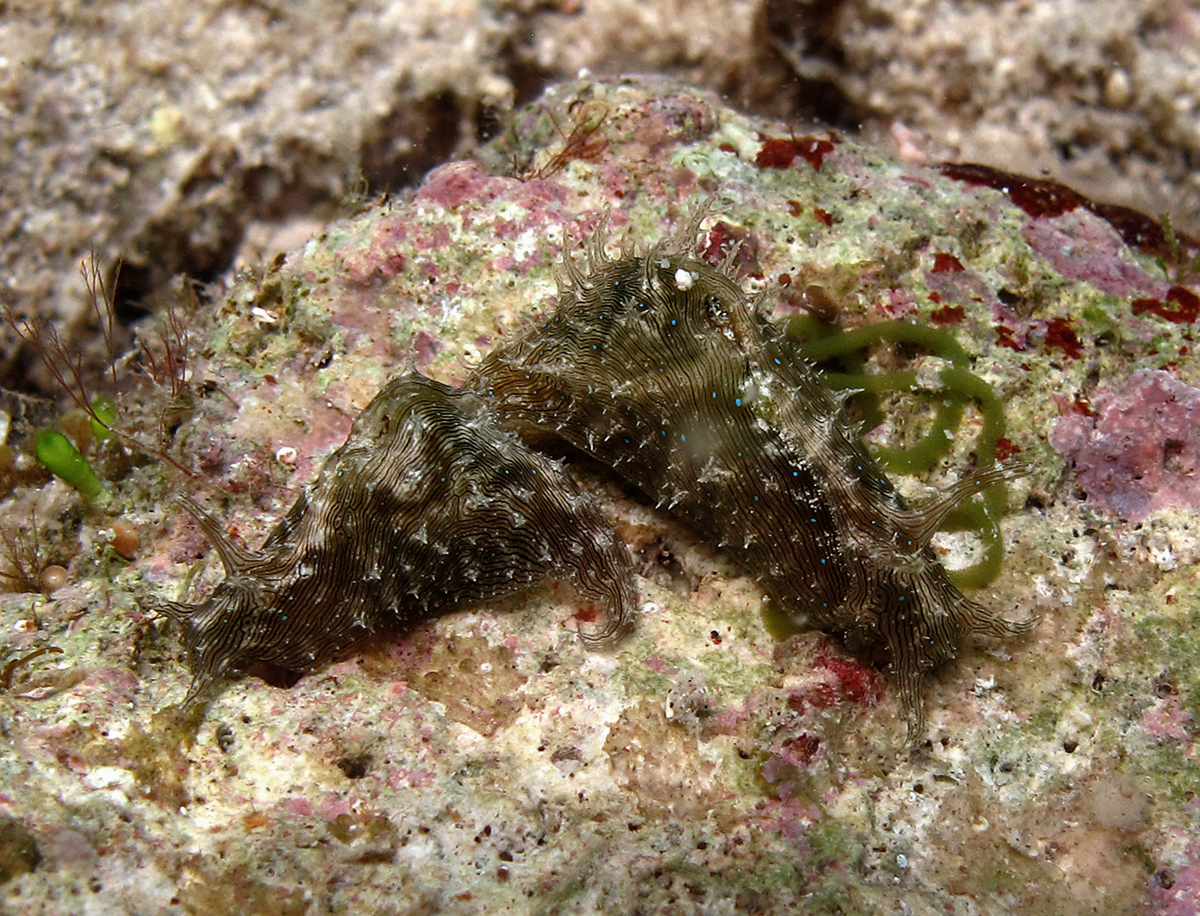
Stylocheilus striatus avec sa ponte.

#### Nudibranches

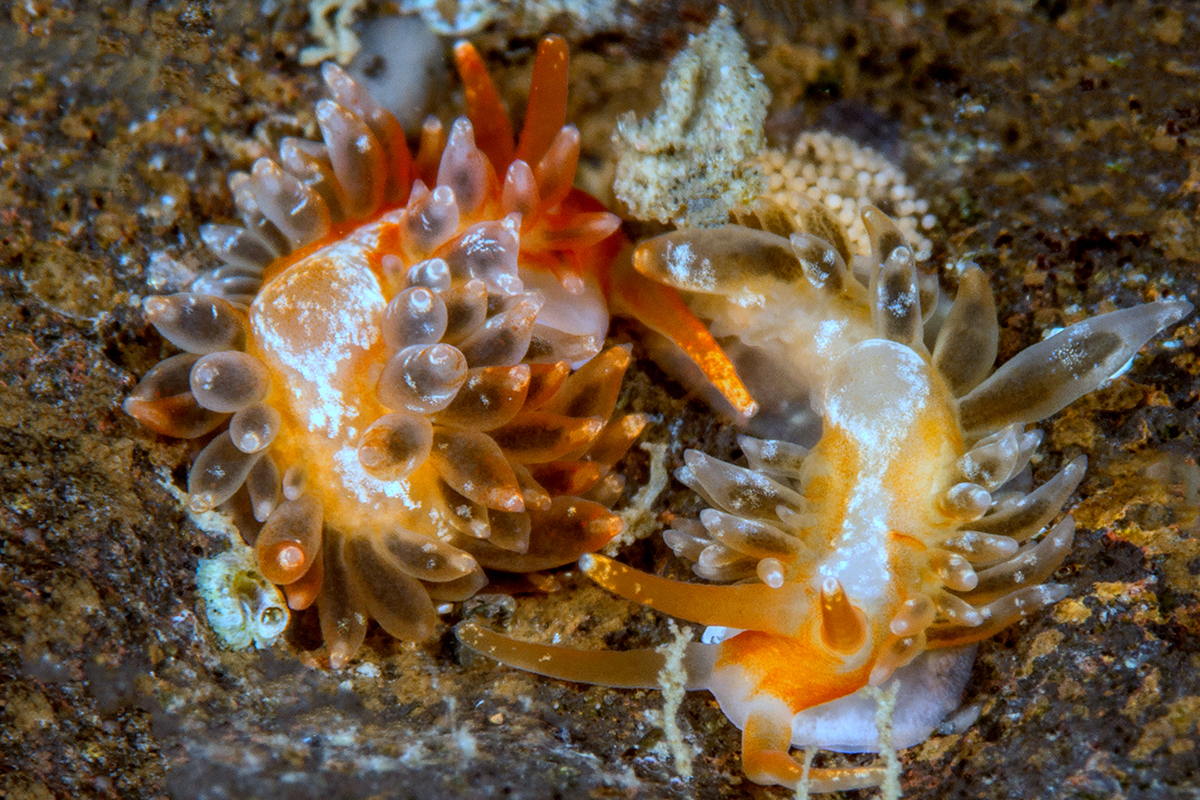
Espèce du complexe Anteaeolidiella indica
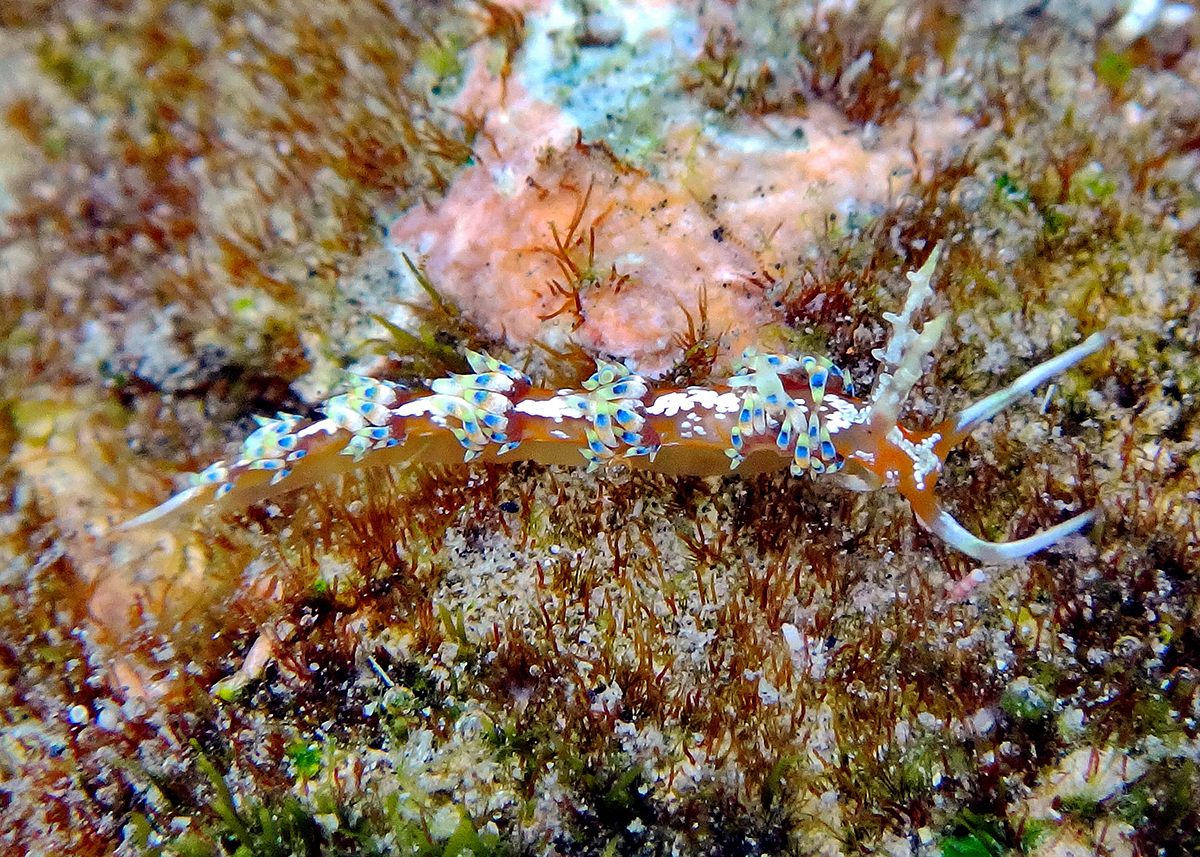
Caloria sp.
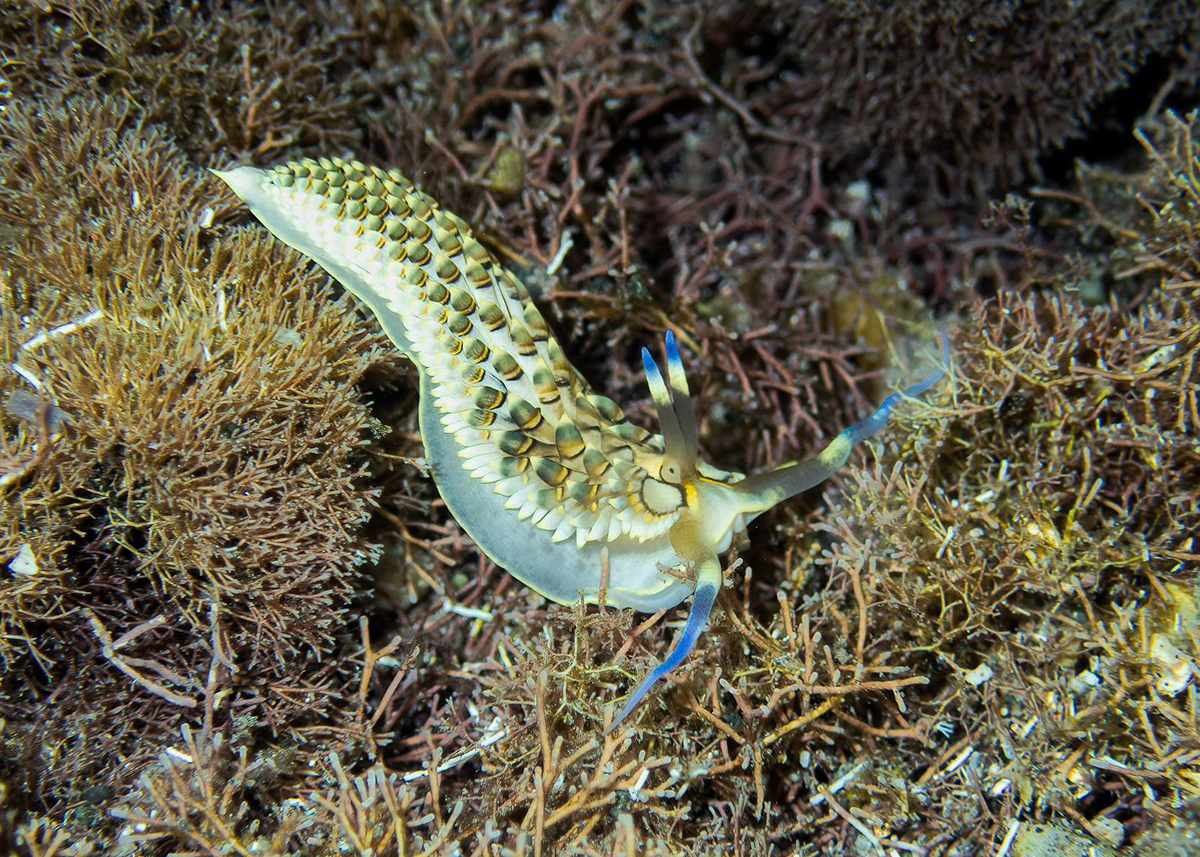
Cerberilla affinis
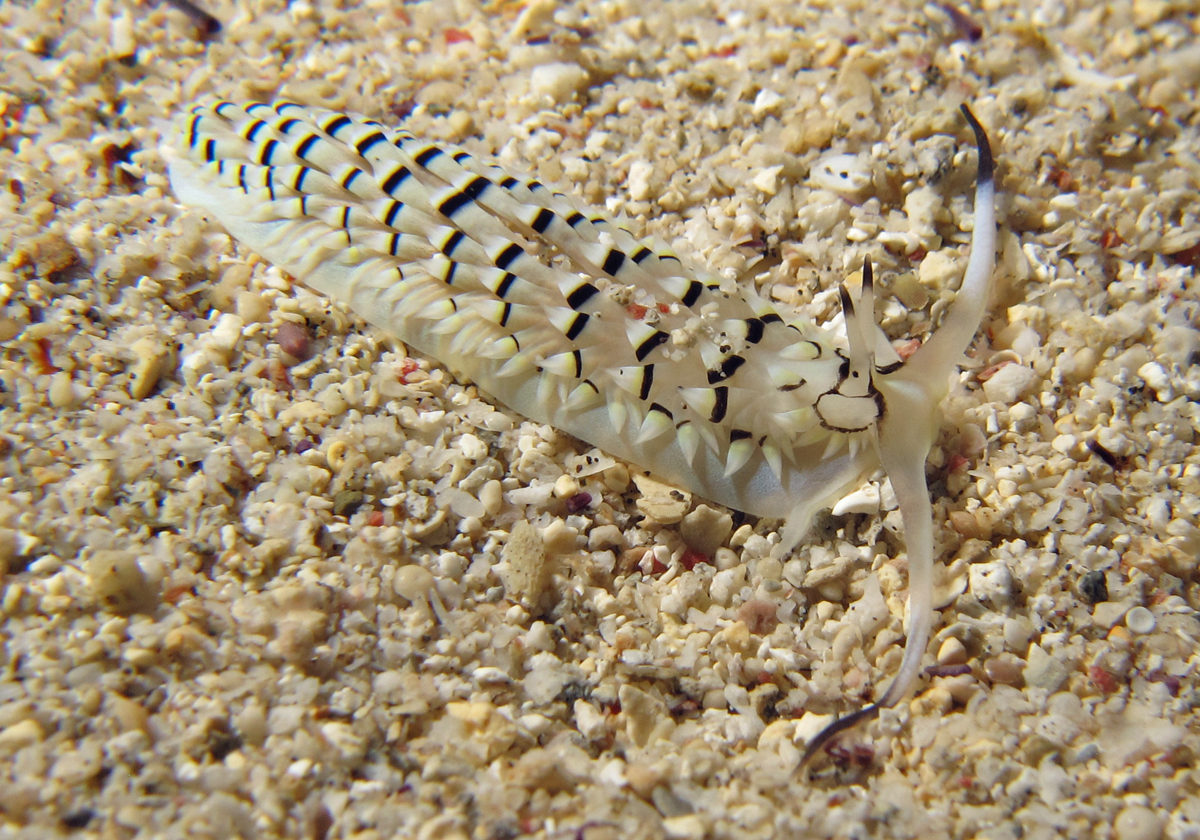
Cerberilla annulata
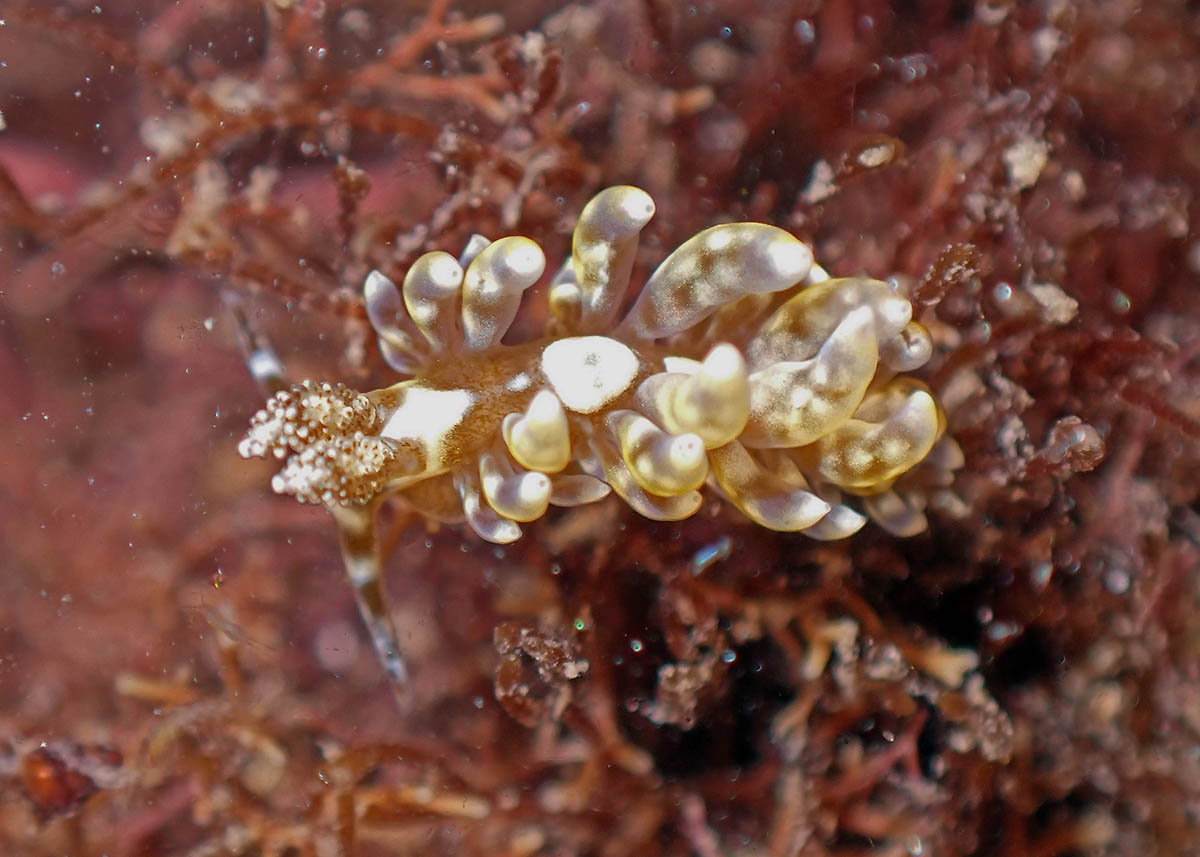
Spurilla major
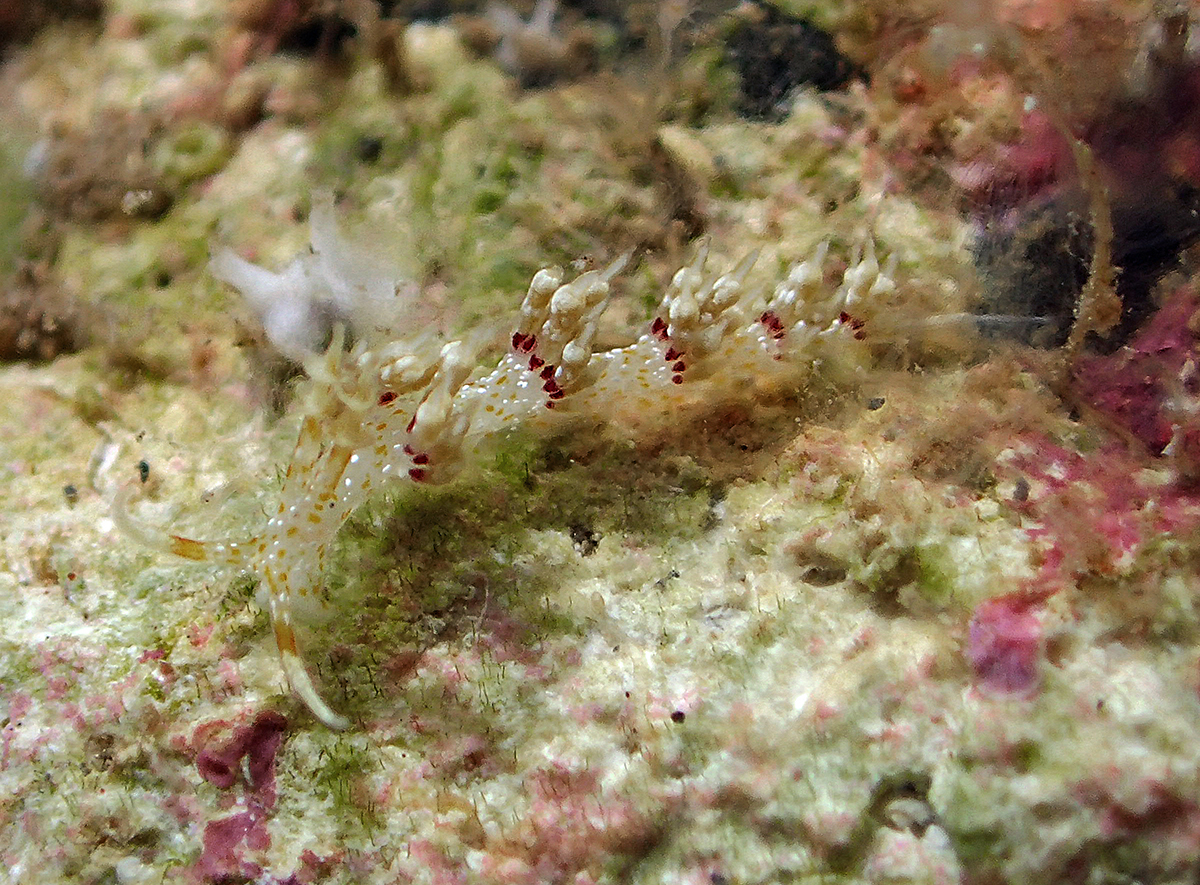
Cratena cf. affinis
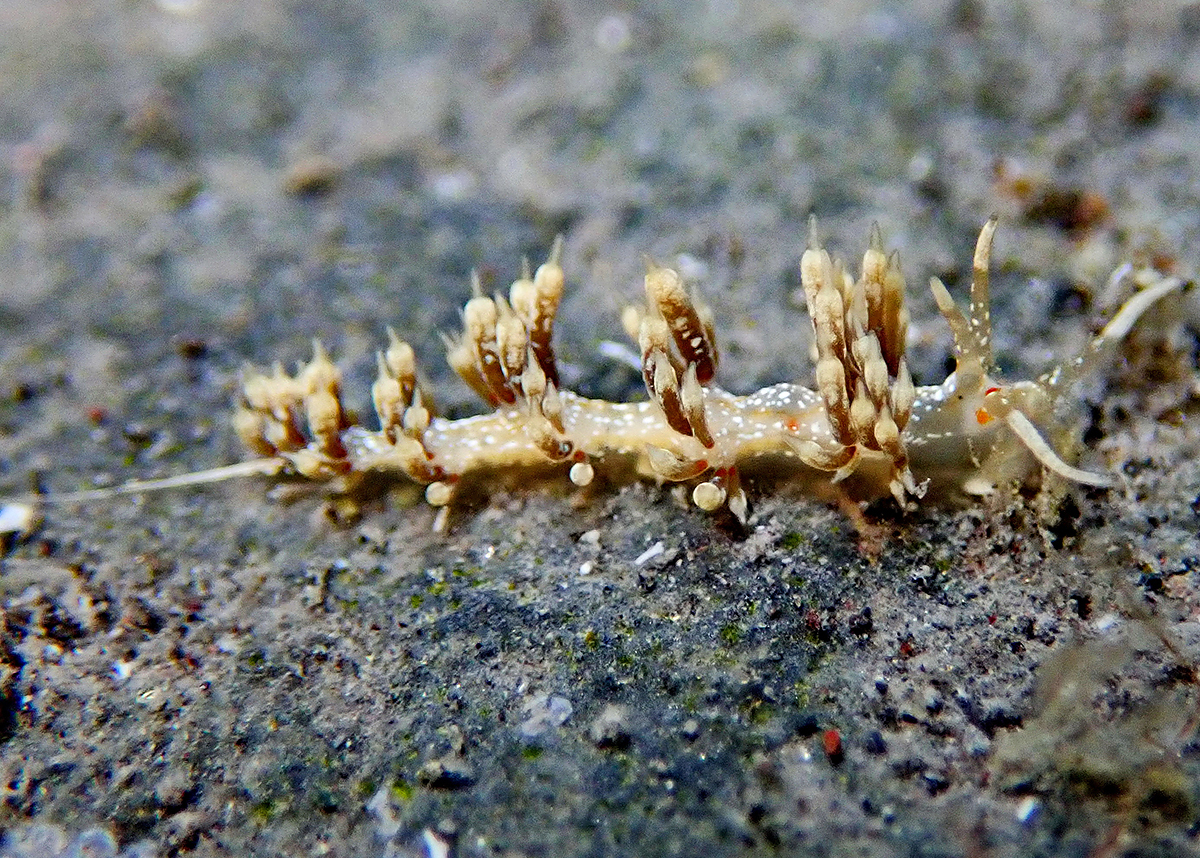
Cratena sp.
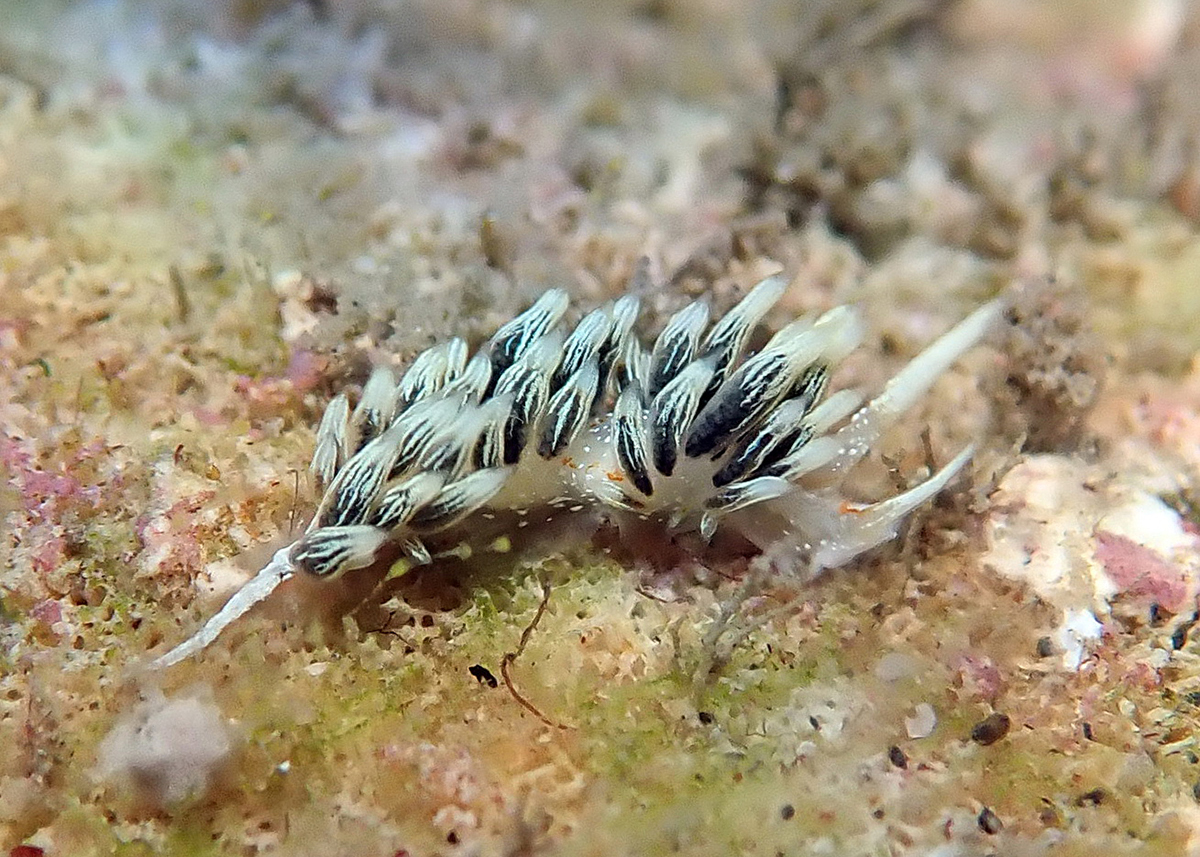
Cuthona sp.
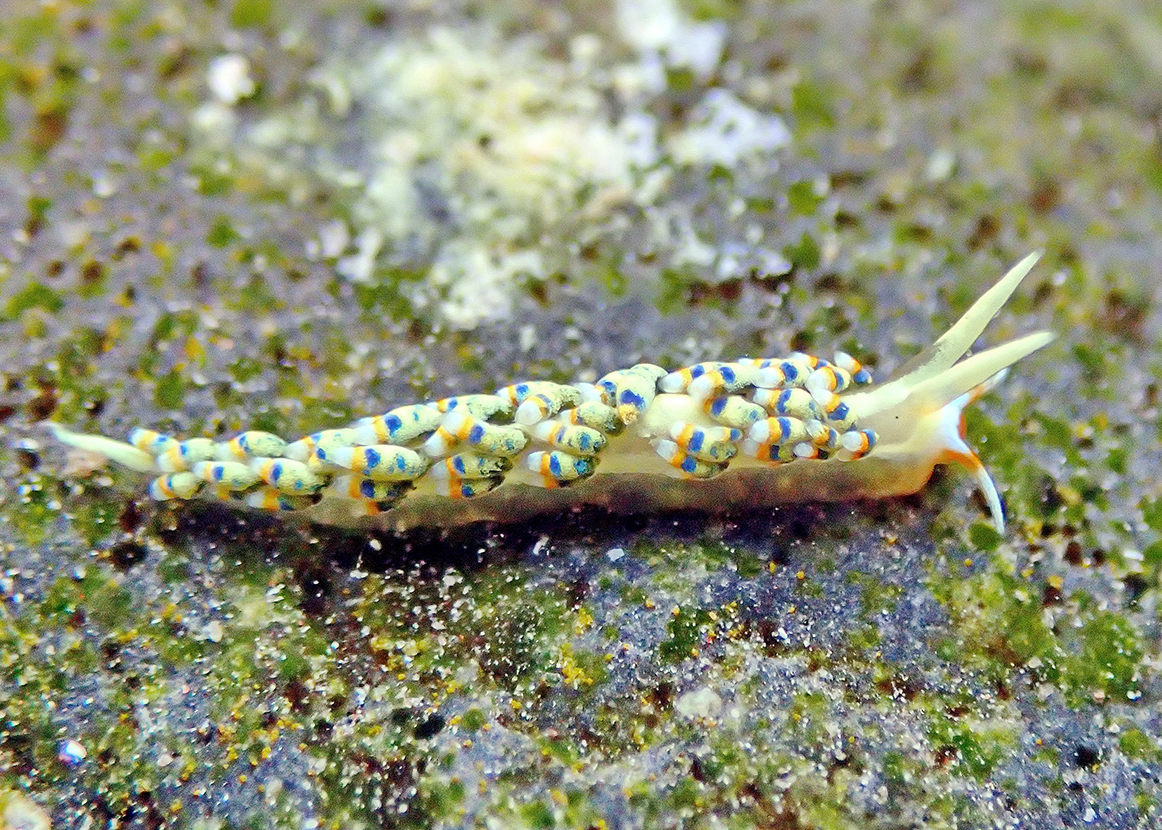
Cuthona sp.
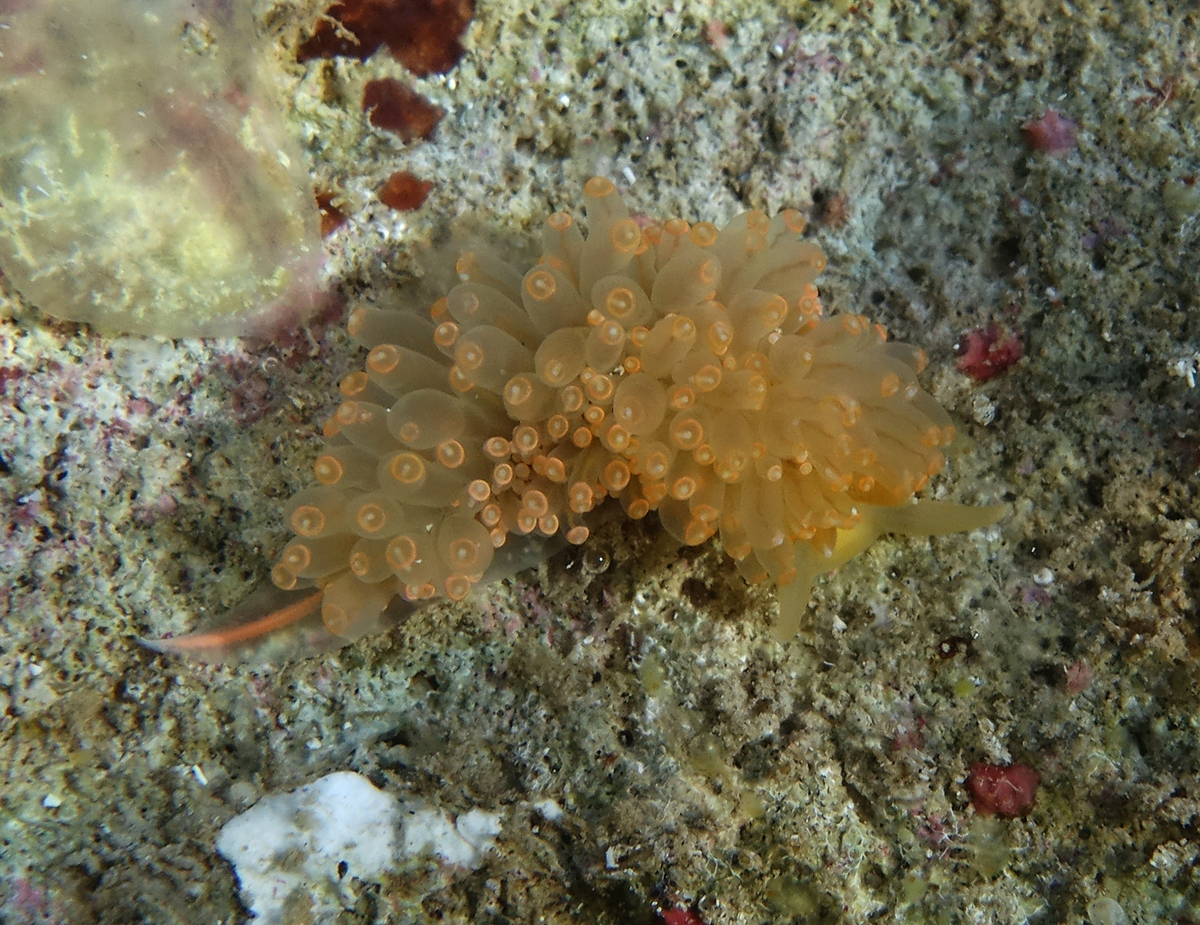
Facelina rhodopos
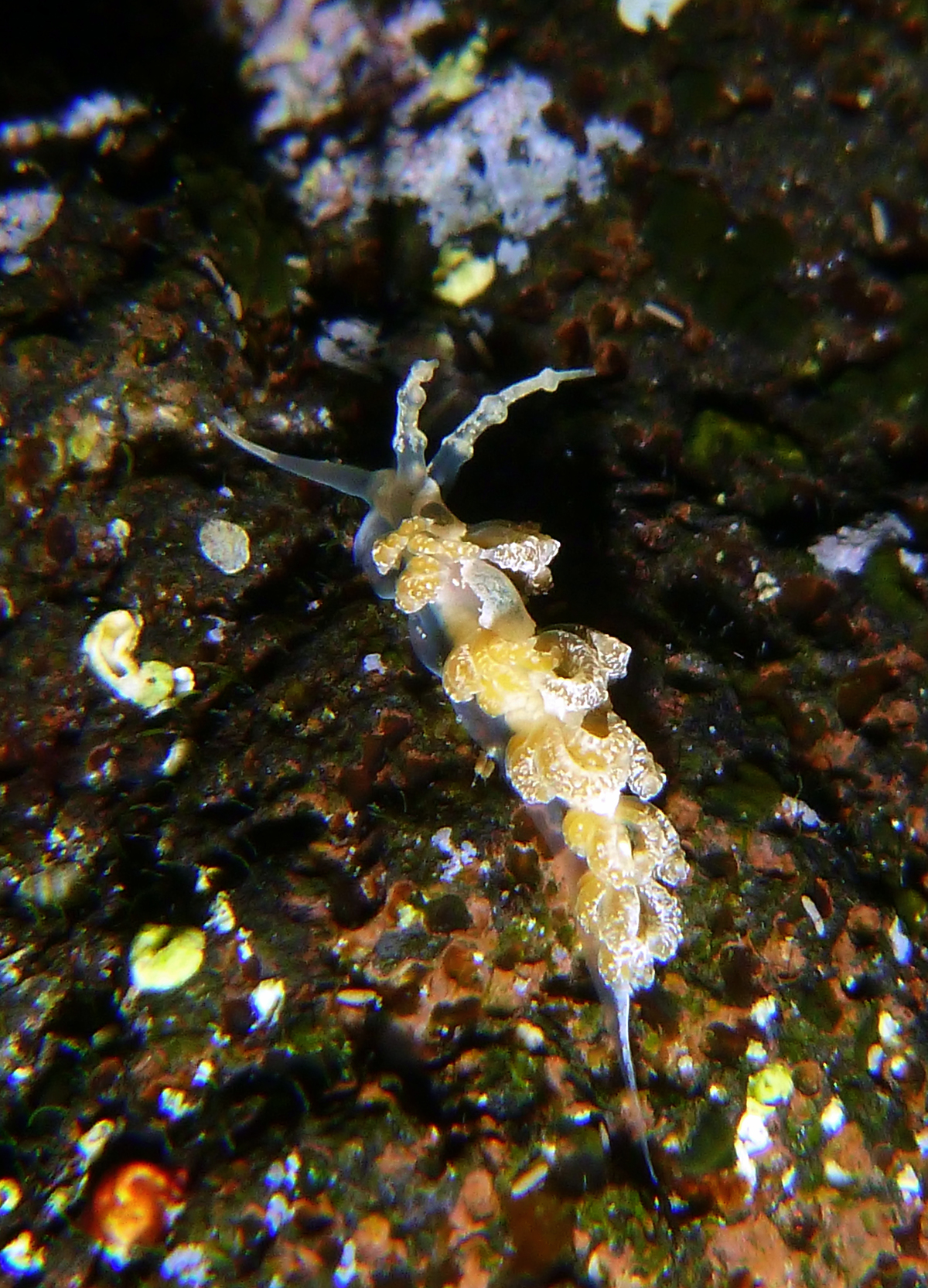
Favorinus japonicus
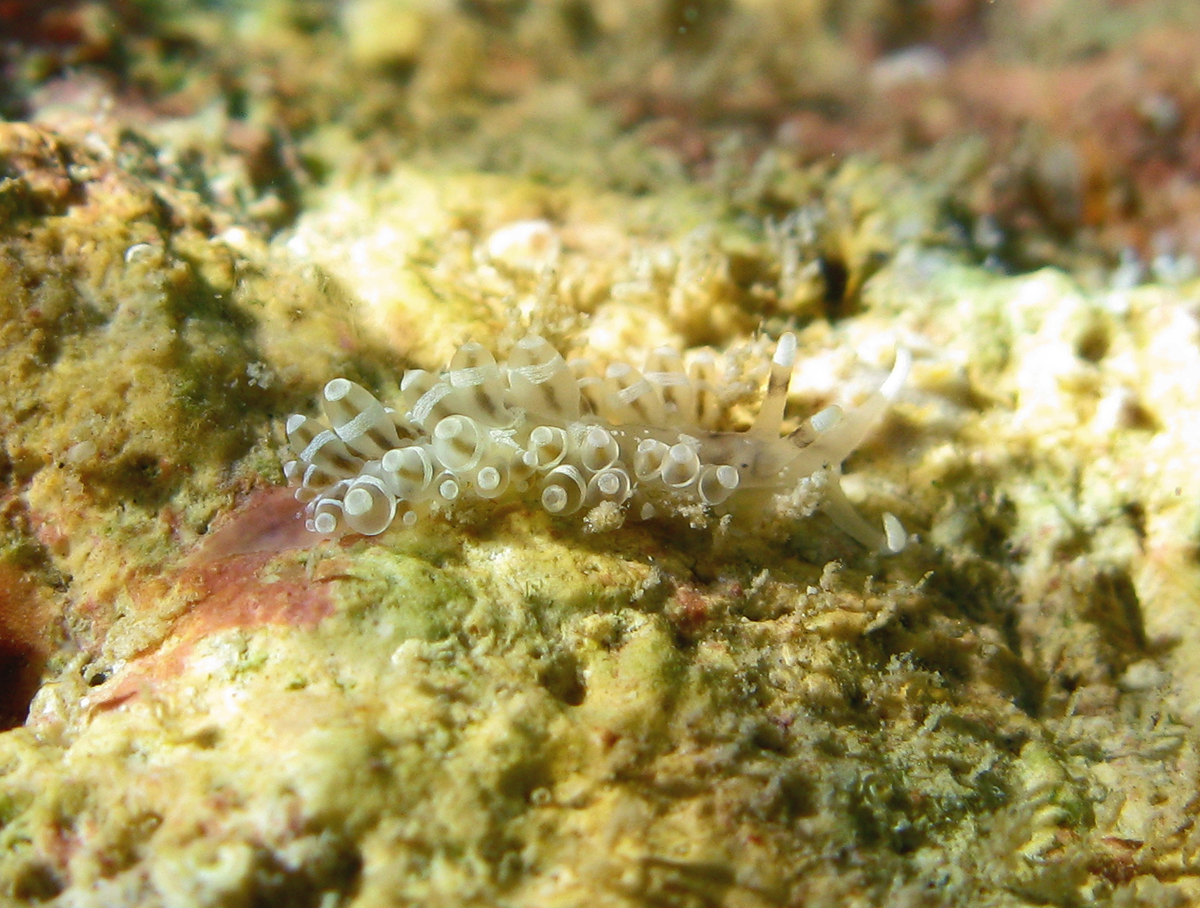
Herviella albida
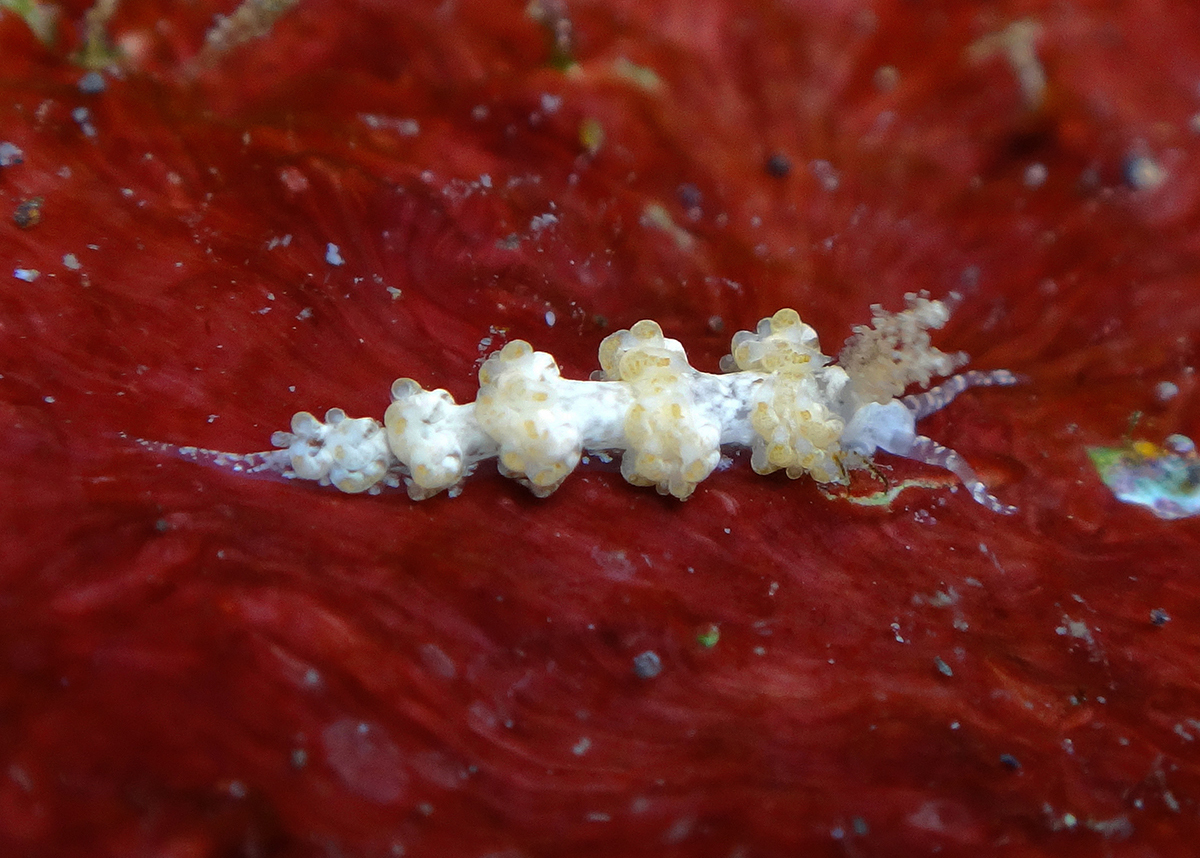
Noumeaella rehderi
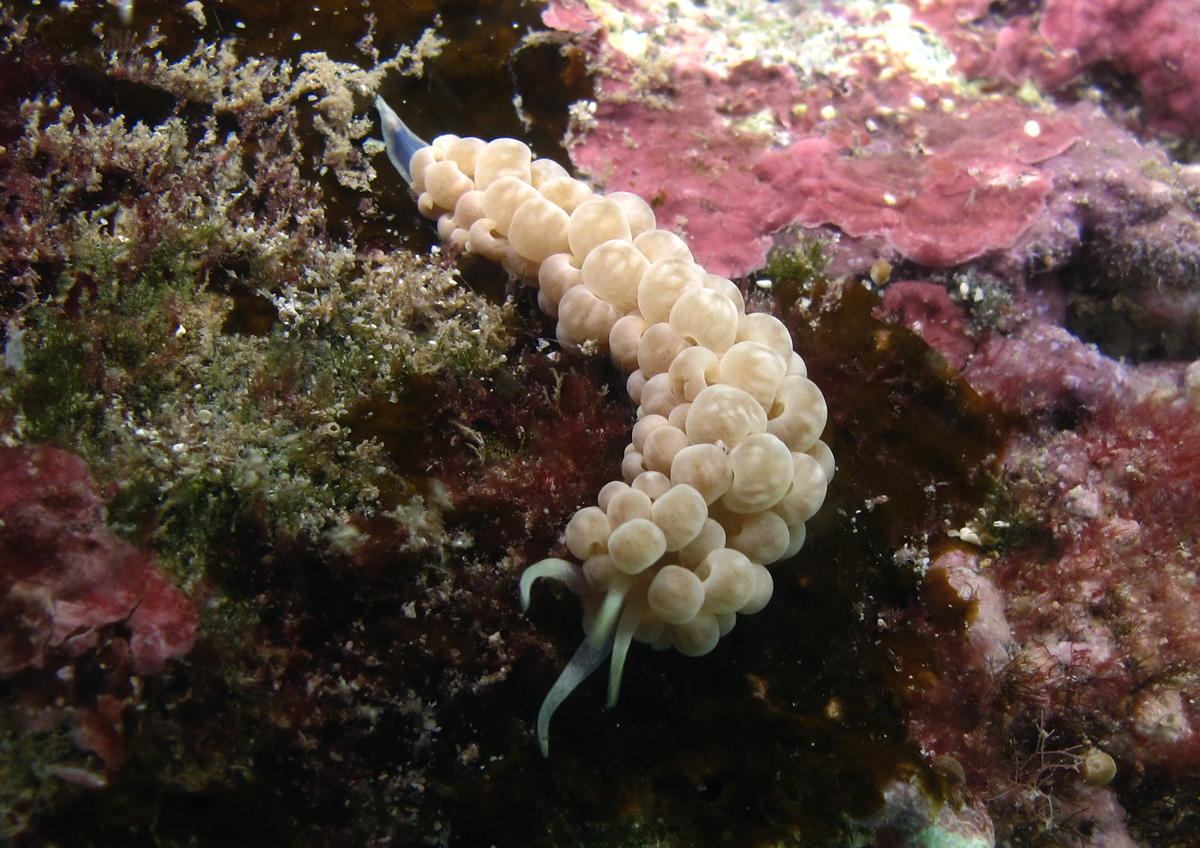
Phyllodesmium magnum
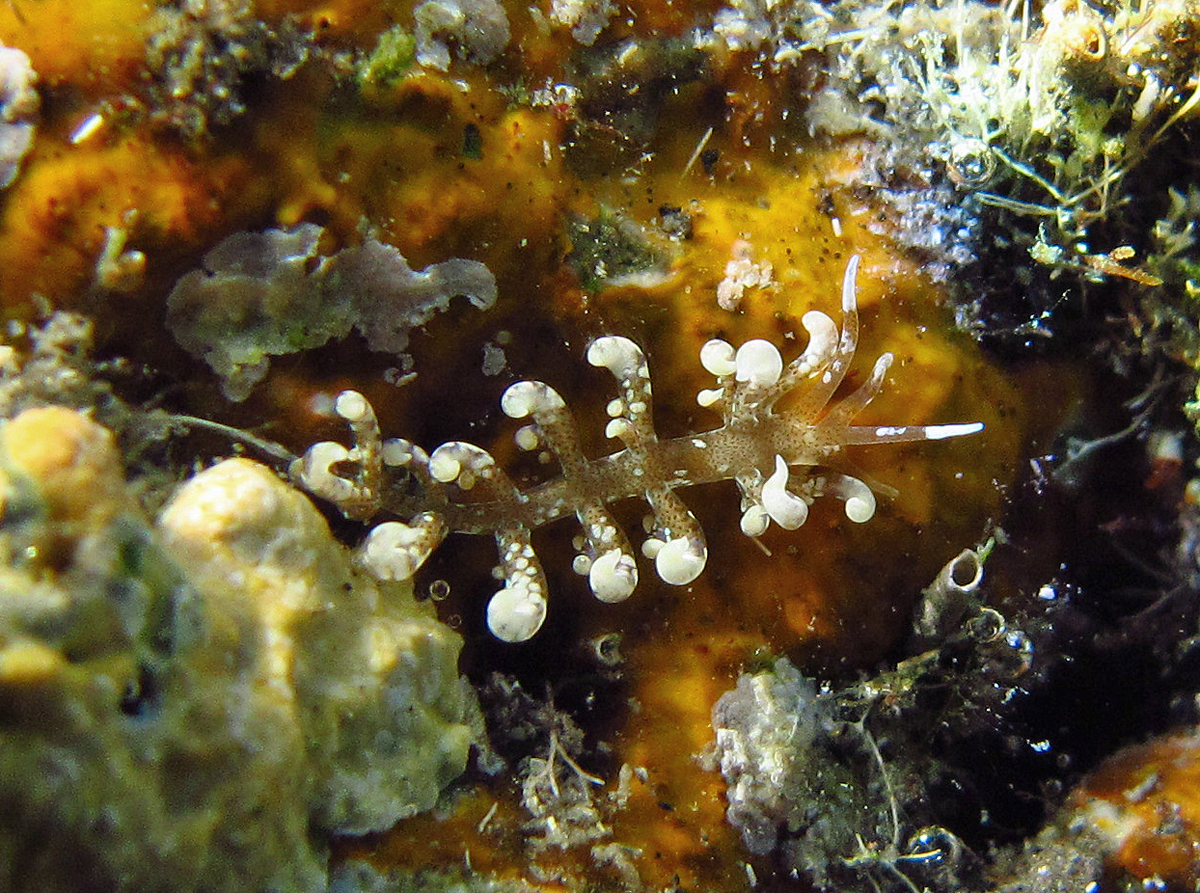
Phyllodesmium macphersonae?
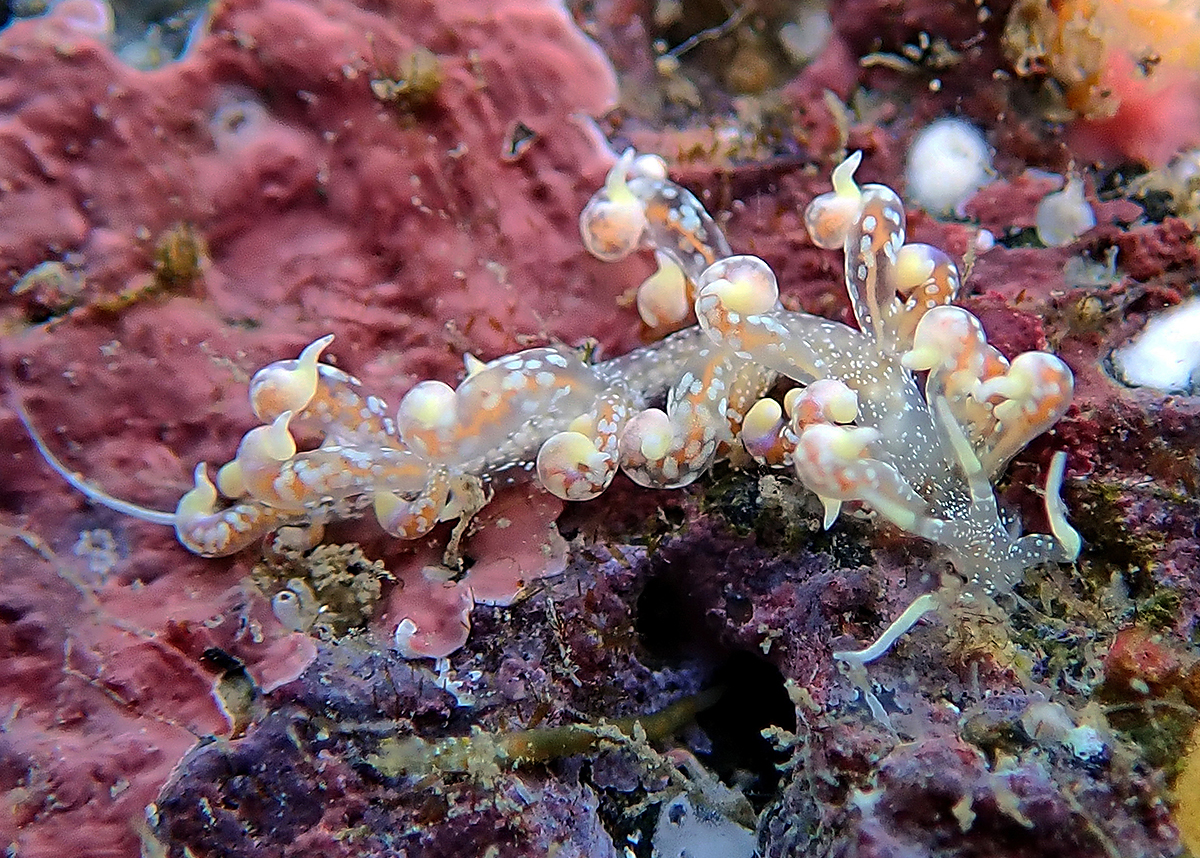
Phyllodesmium poindimiei
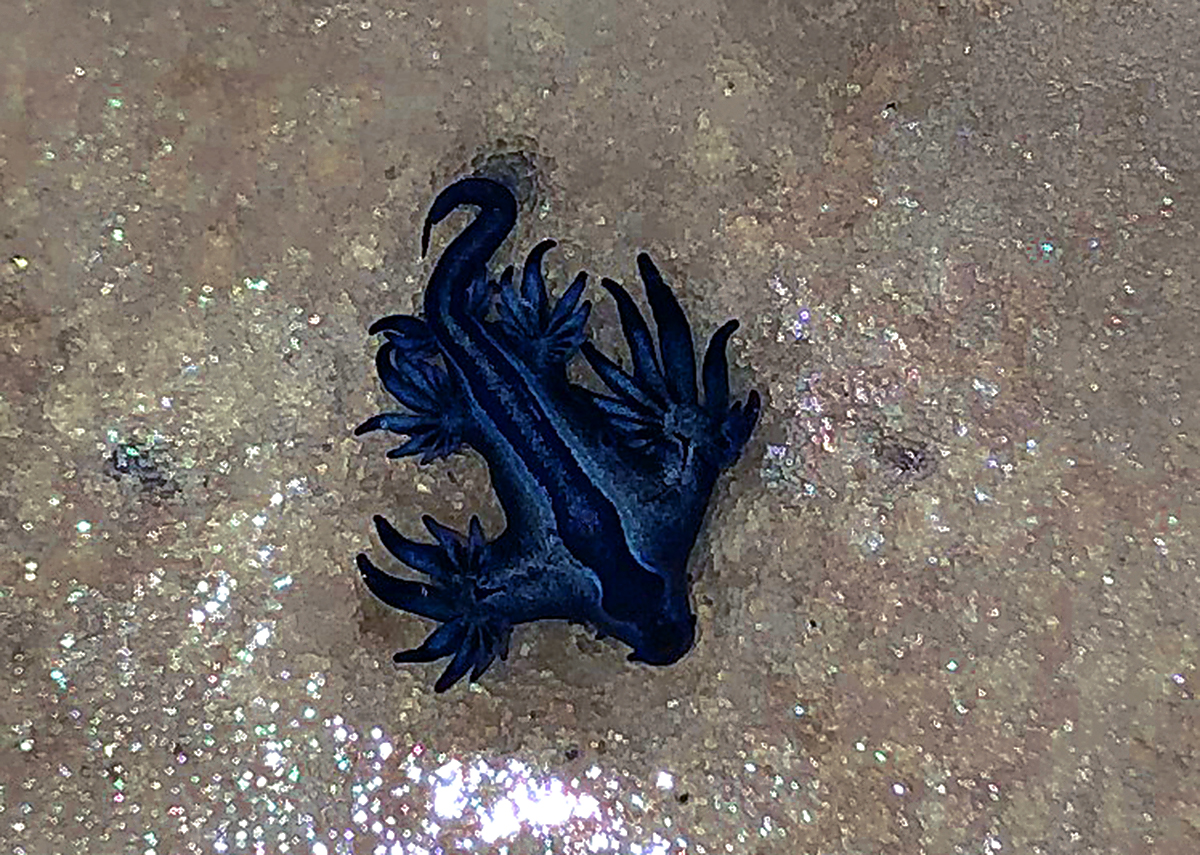
Un Glaucilla marginata échoué sur la plage.
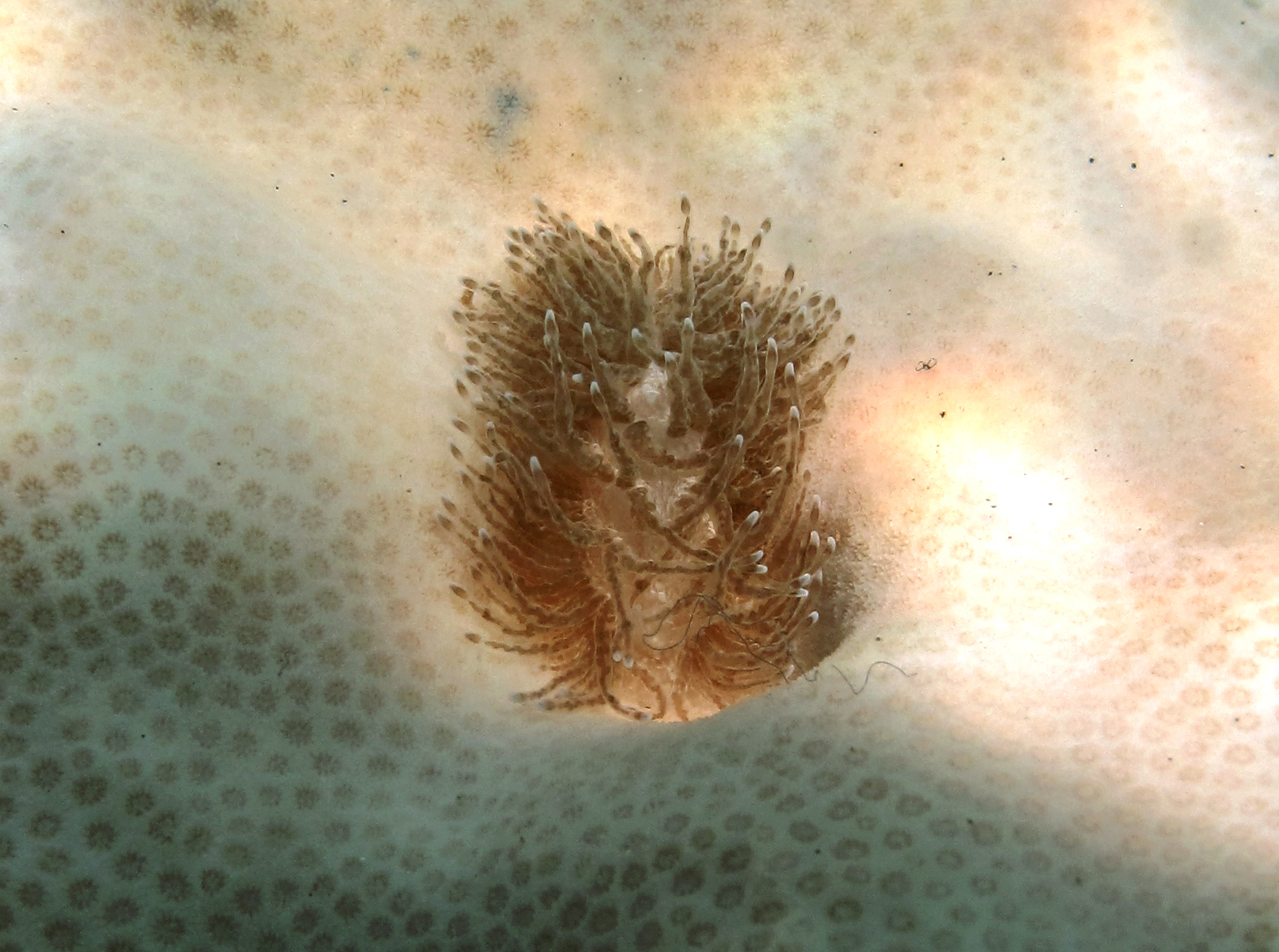
Phestilla lugubre (Phestilla lugubris)
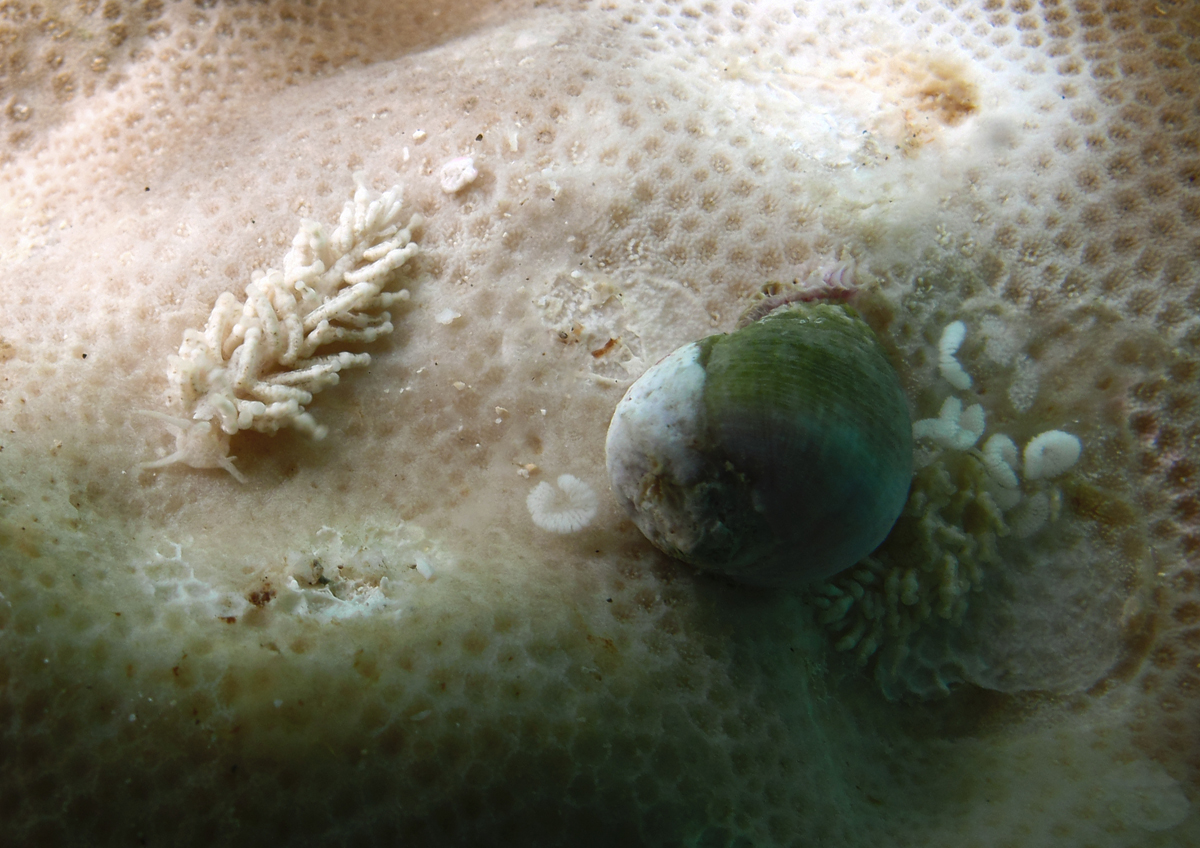
Phestilla minor (couple avec ponte)
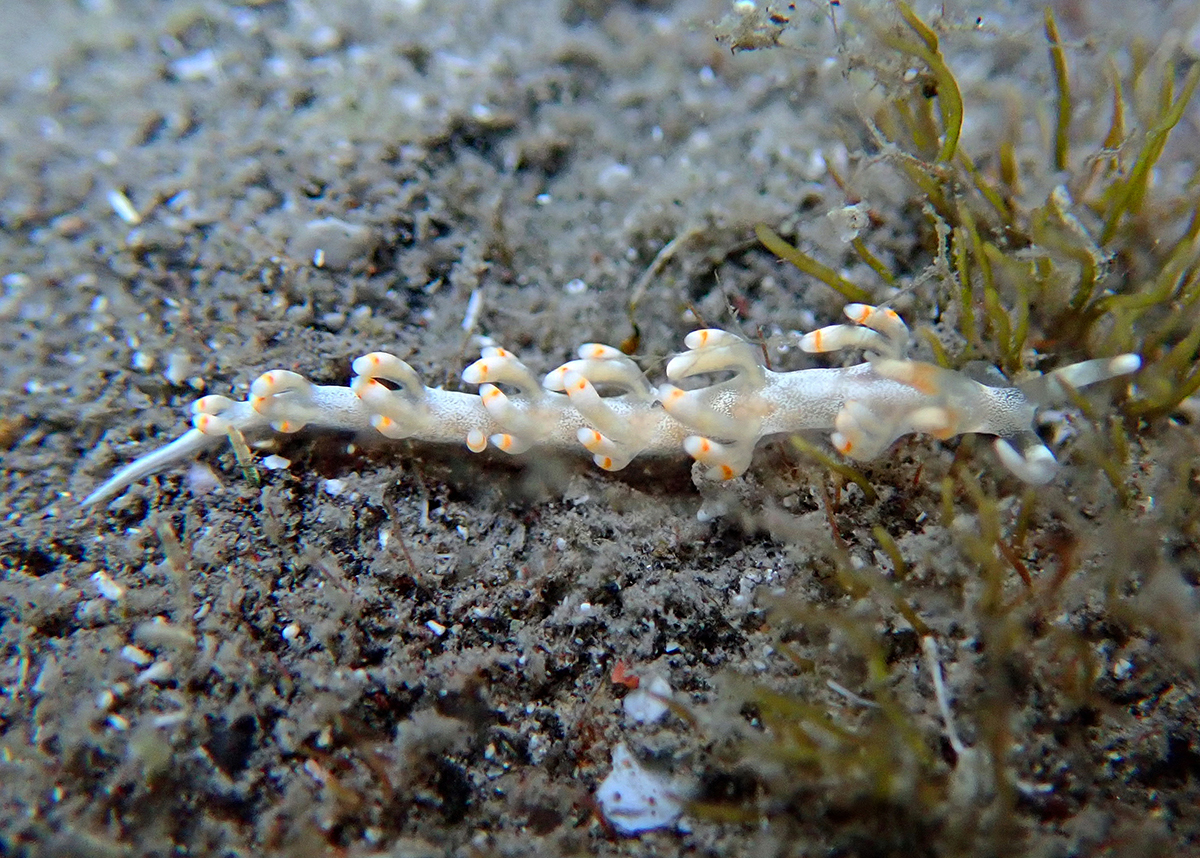
Samla bicolor
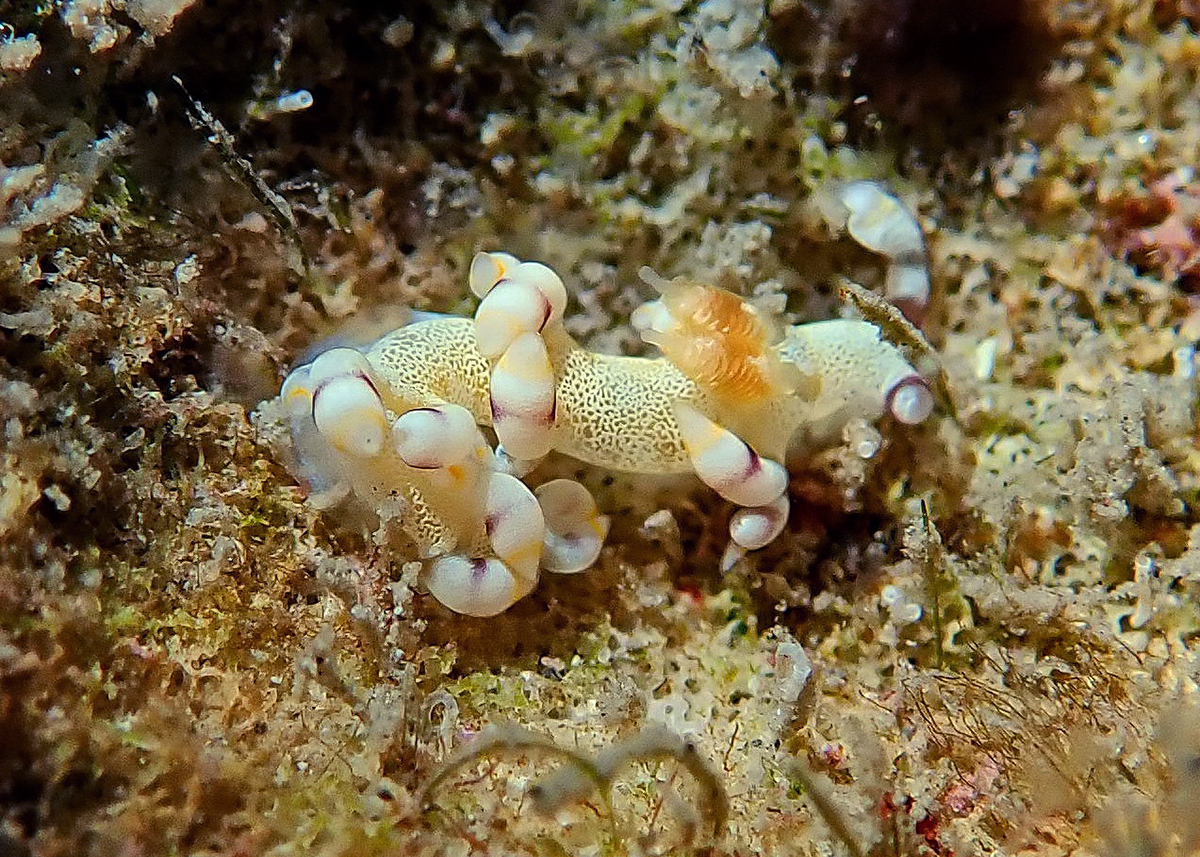
Samla riwo
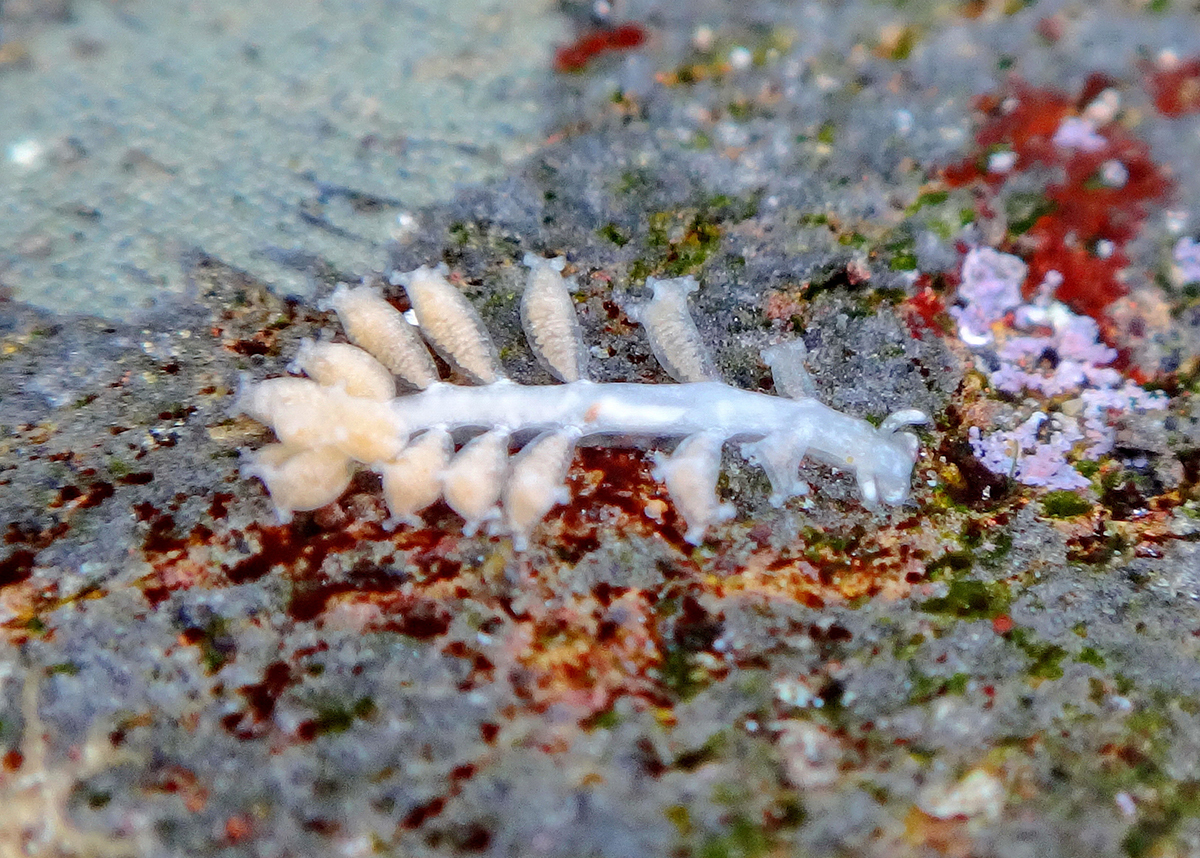
Embletonia gracilis
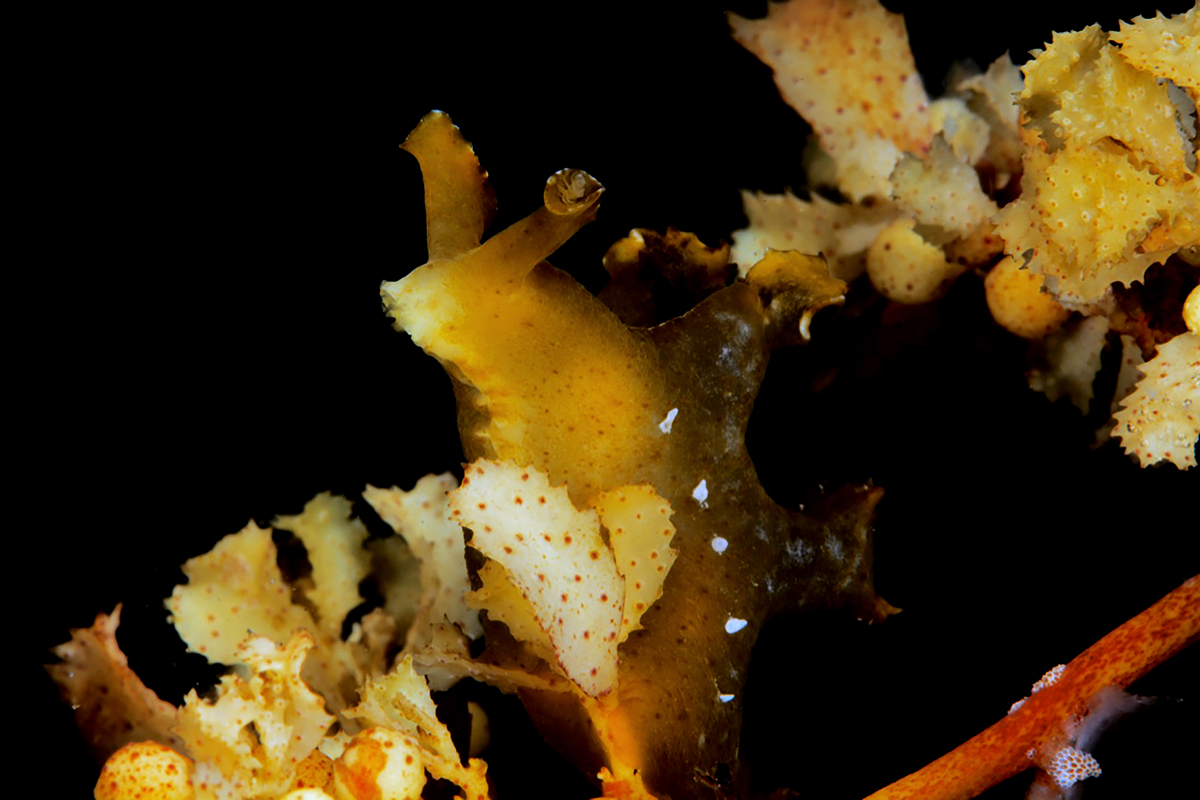
Scyllaea fulva
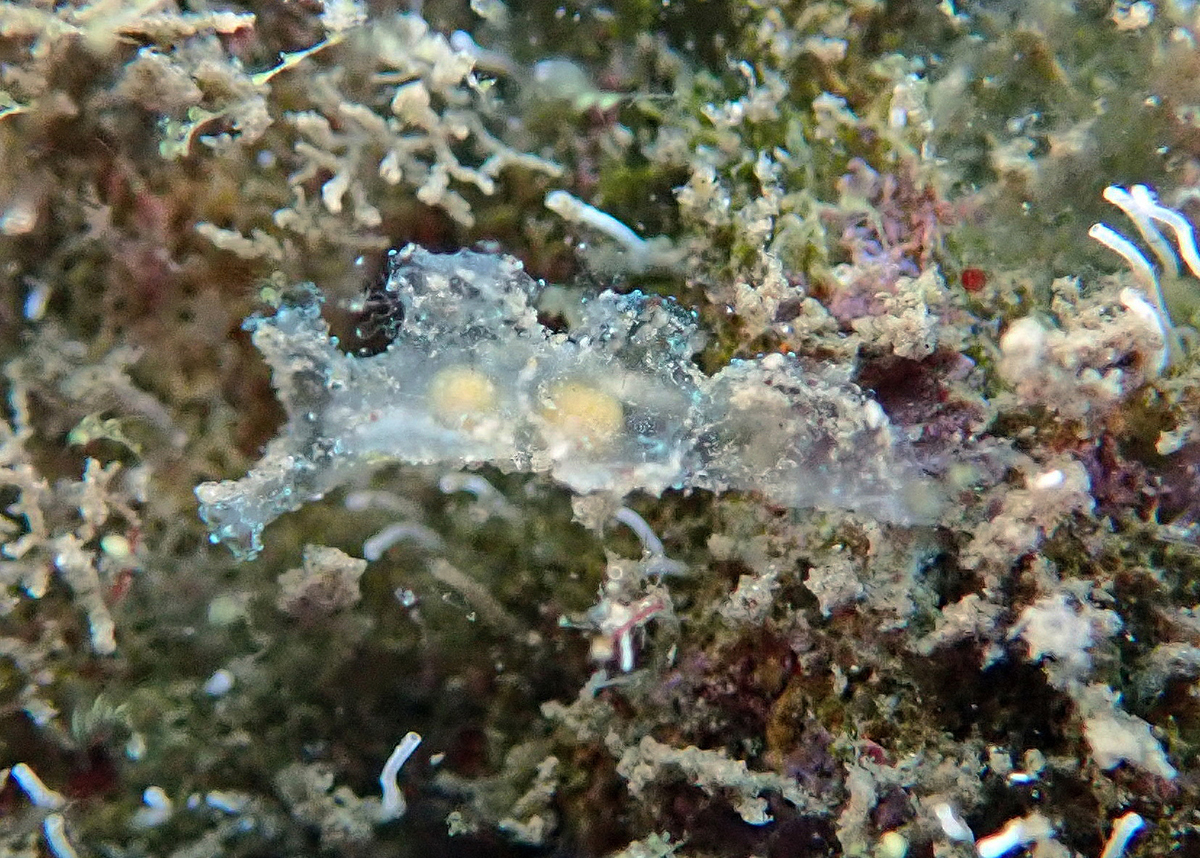
Notobryon sp. (peut-être N. wardi)
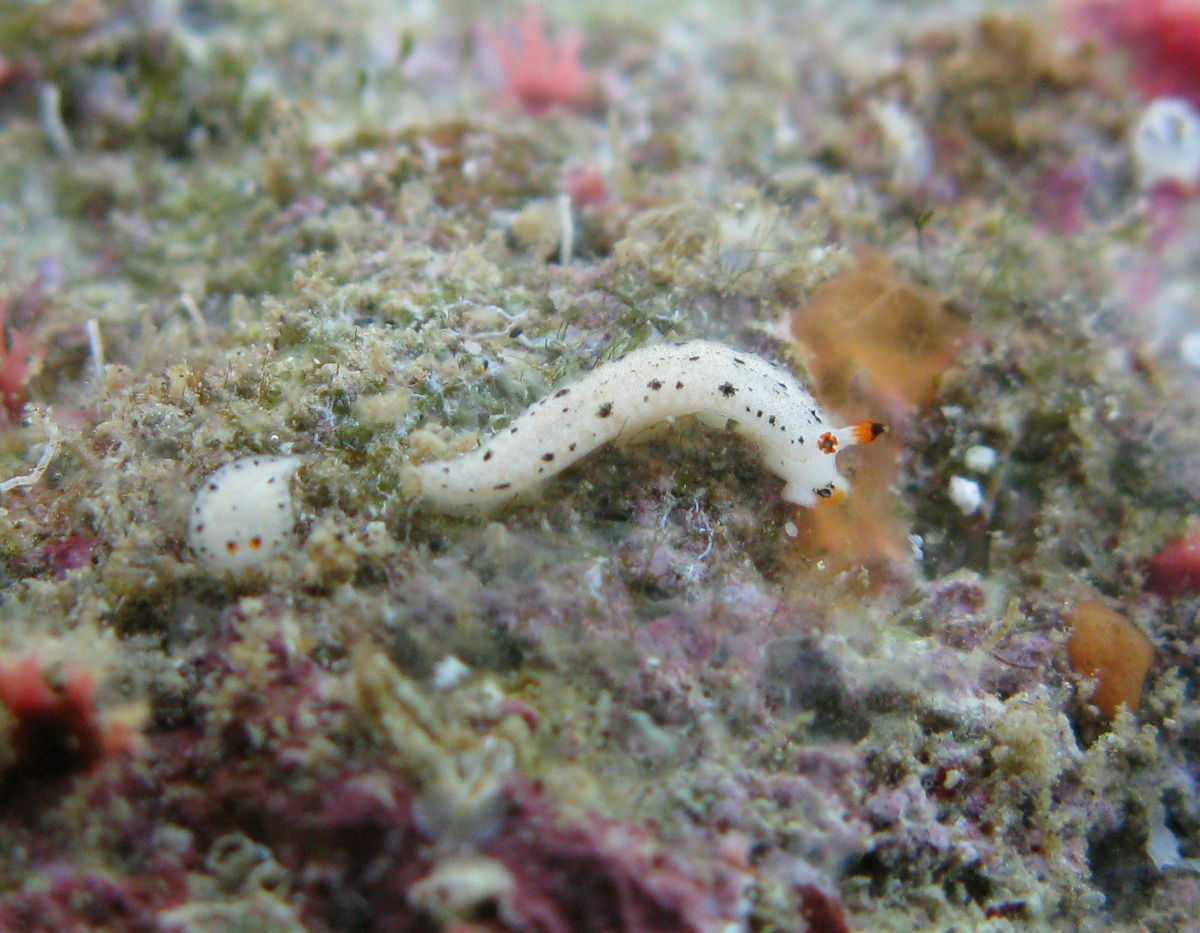
Dermatobranchus piperoides
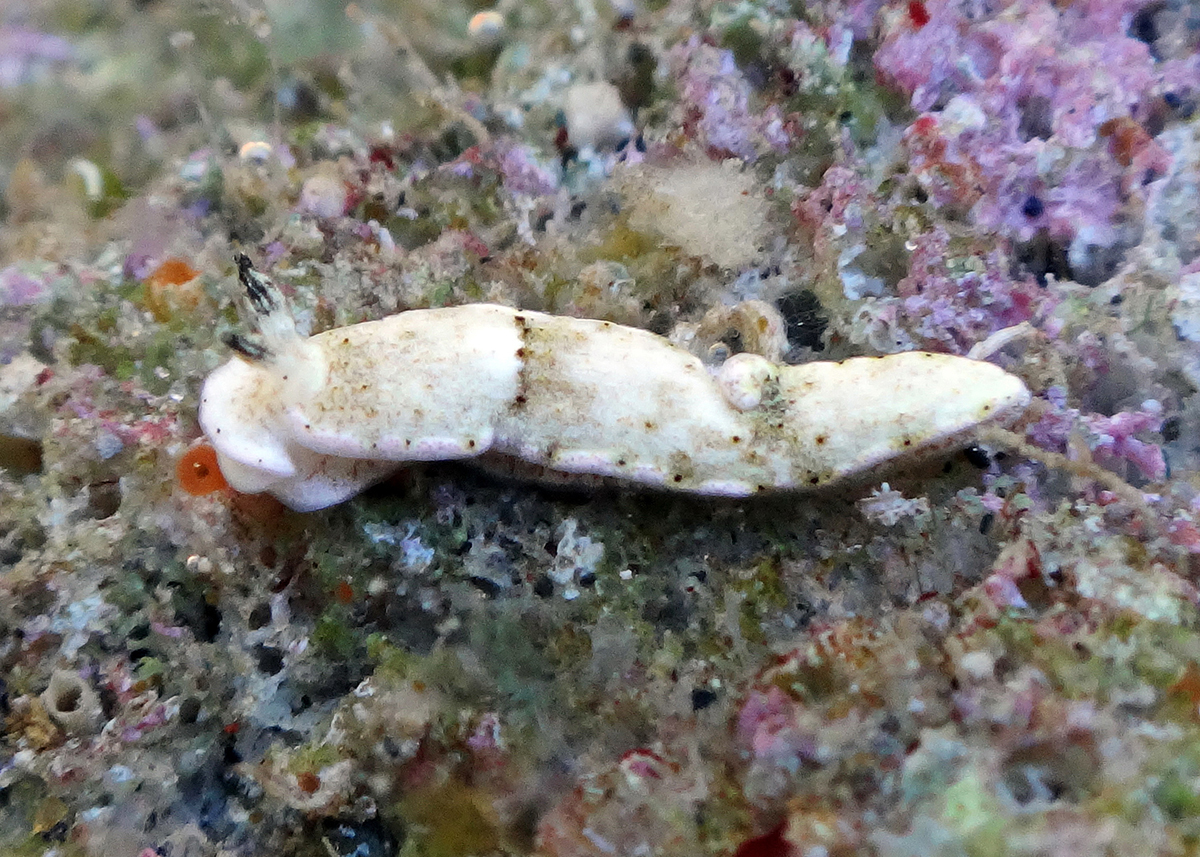
Dermatobranchus rodmani
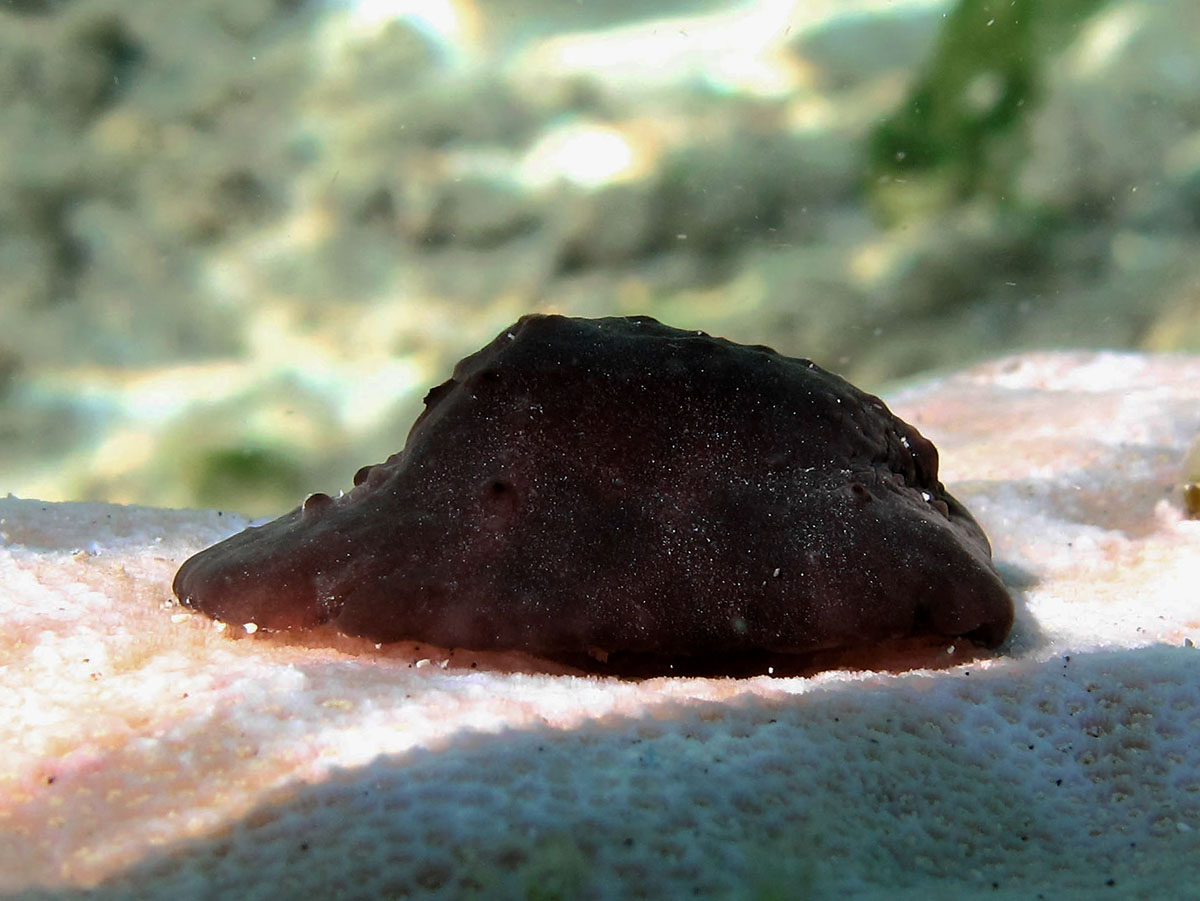
Actinocyclus verrucosus
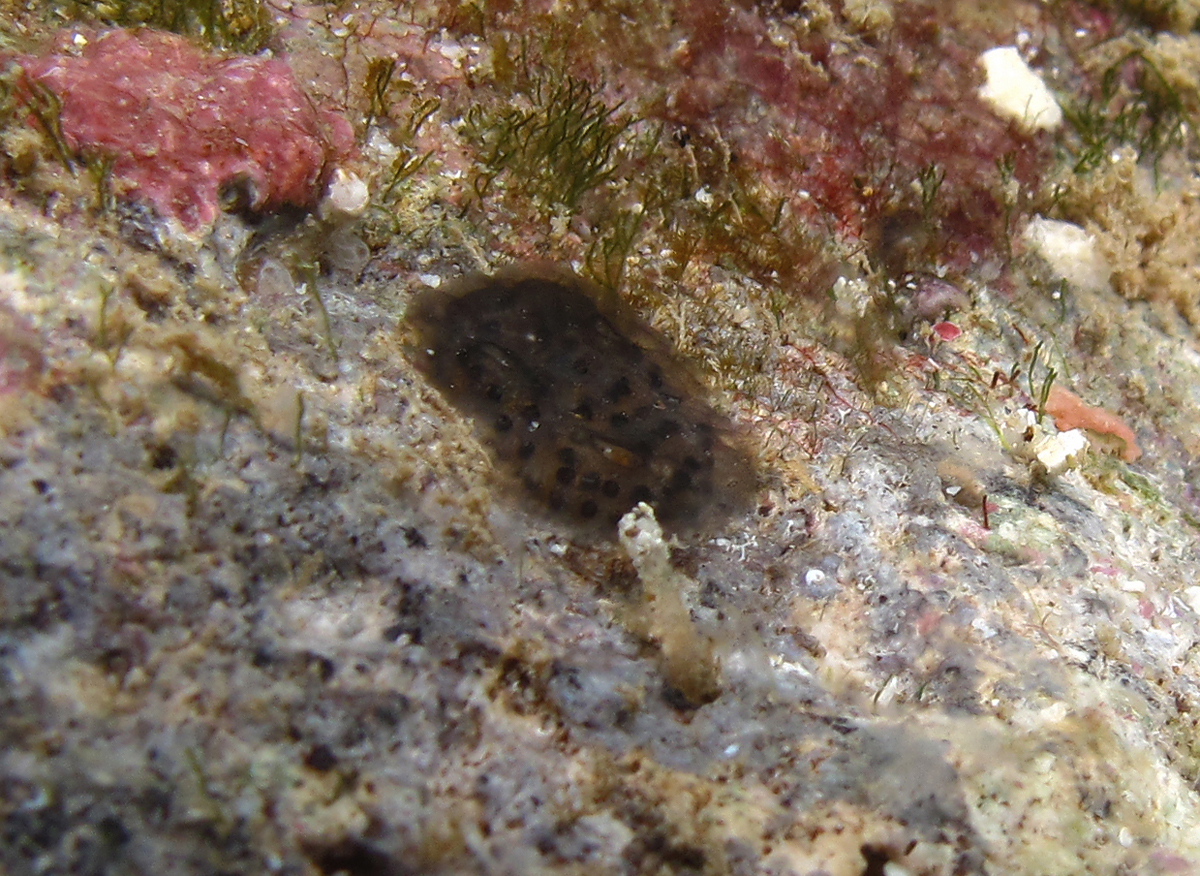
Hallaxa fuscescens
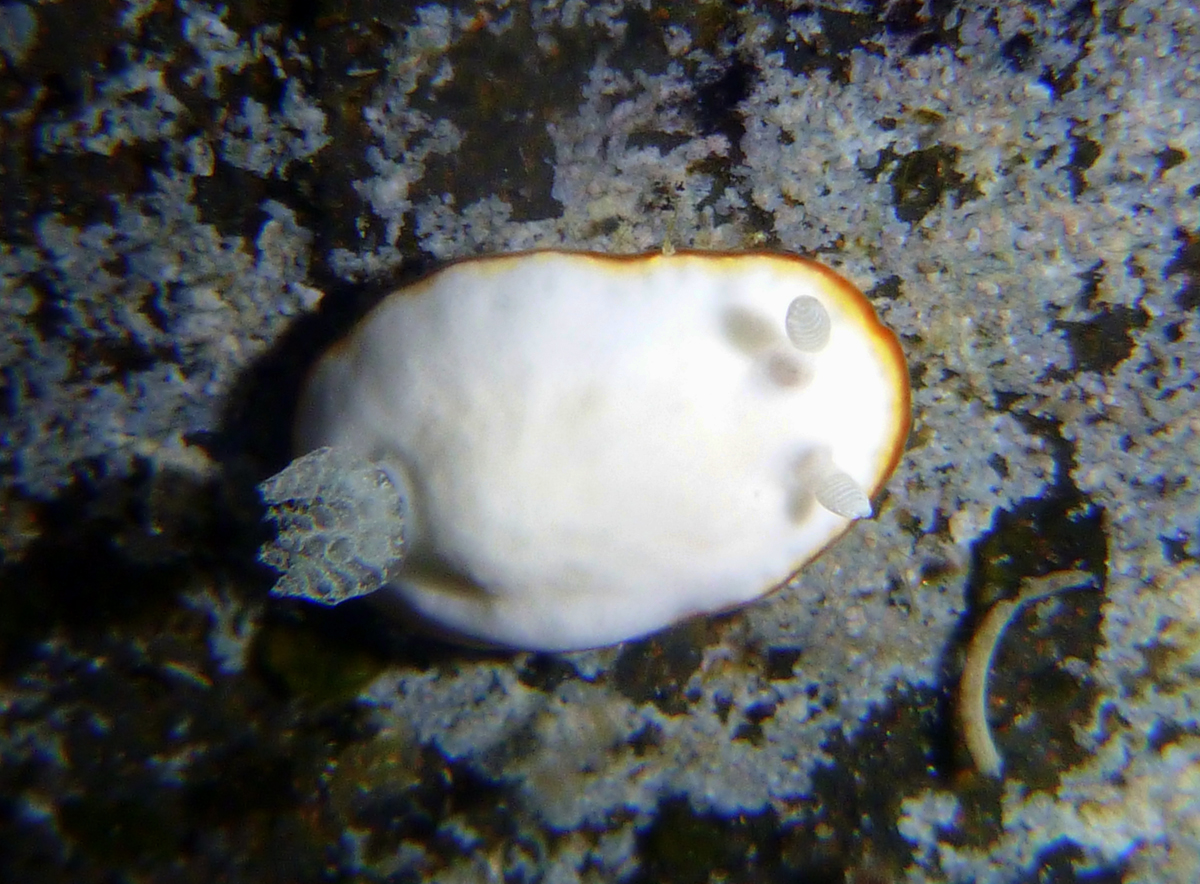
Goniobranchus albonares
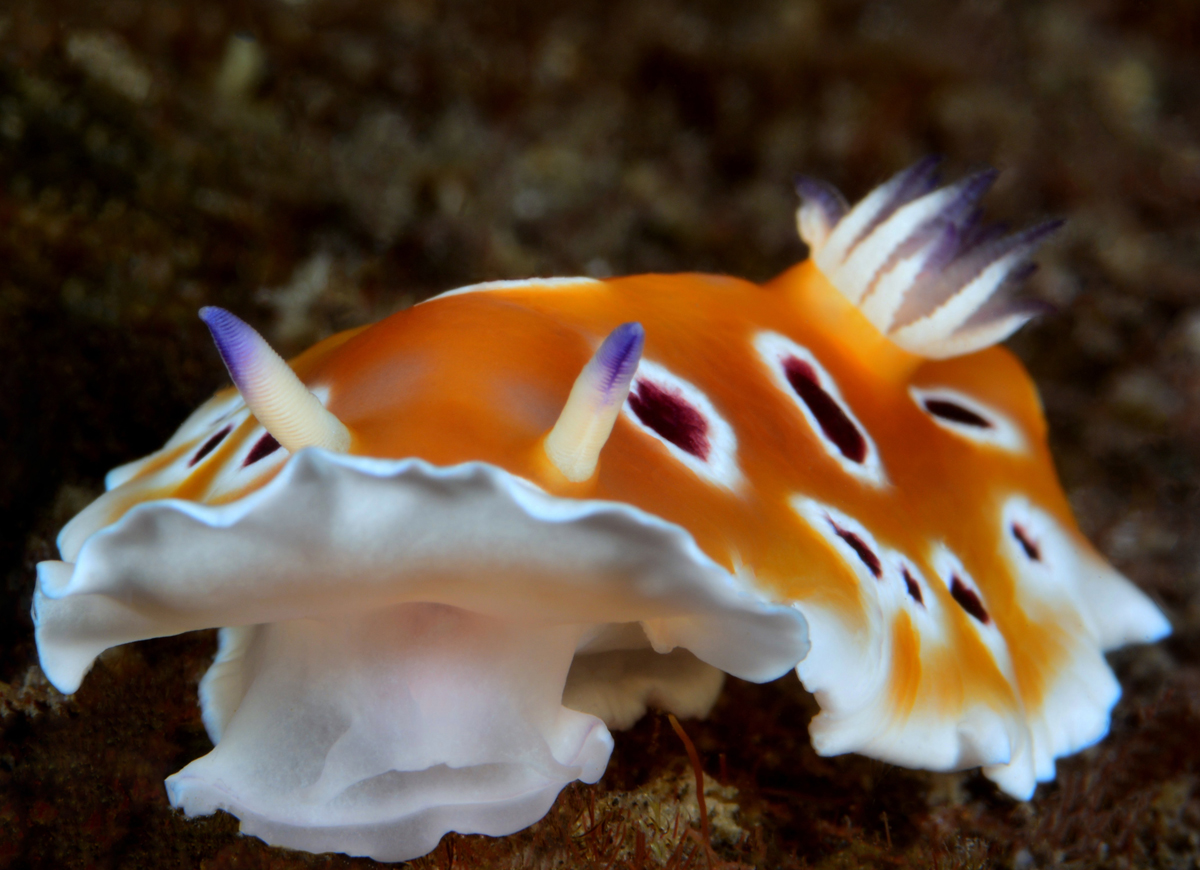
Goniobranchus cf. geminus
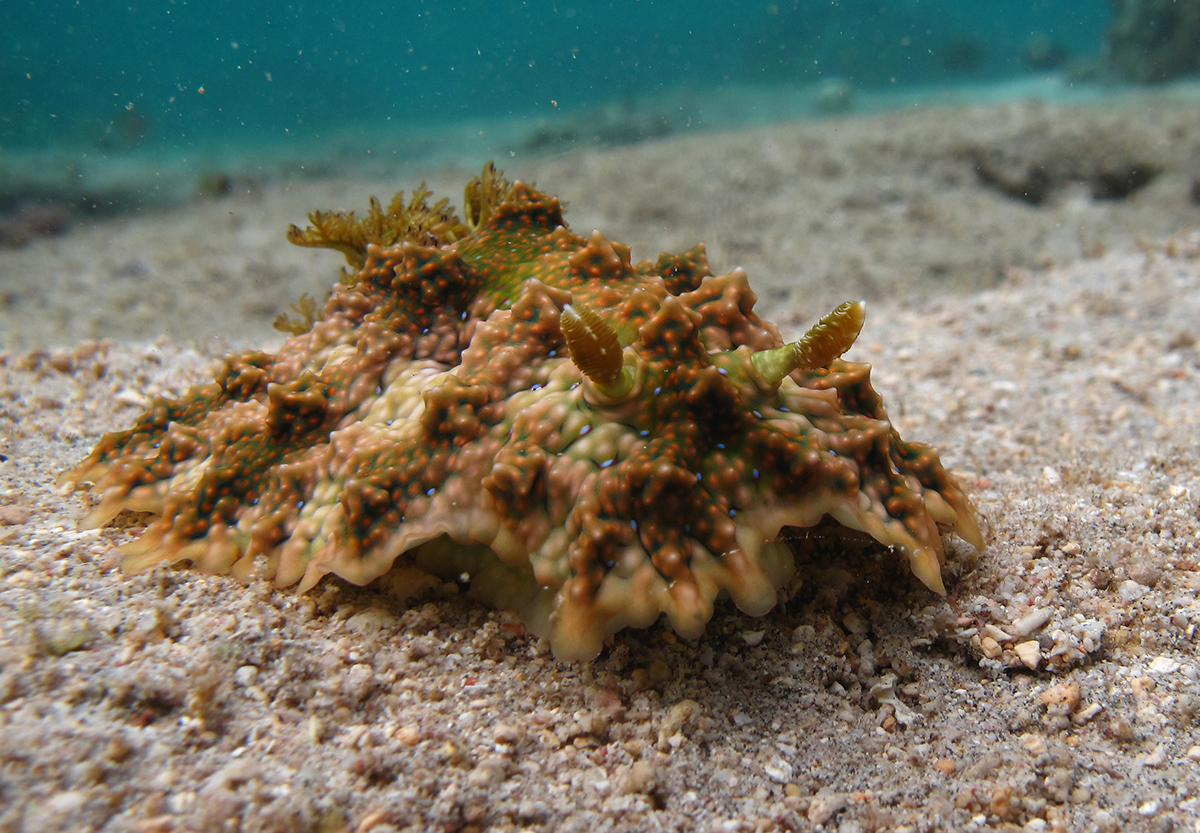
Miamira miamirana
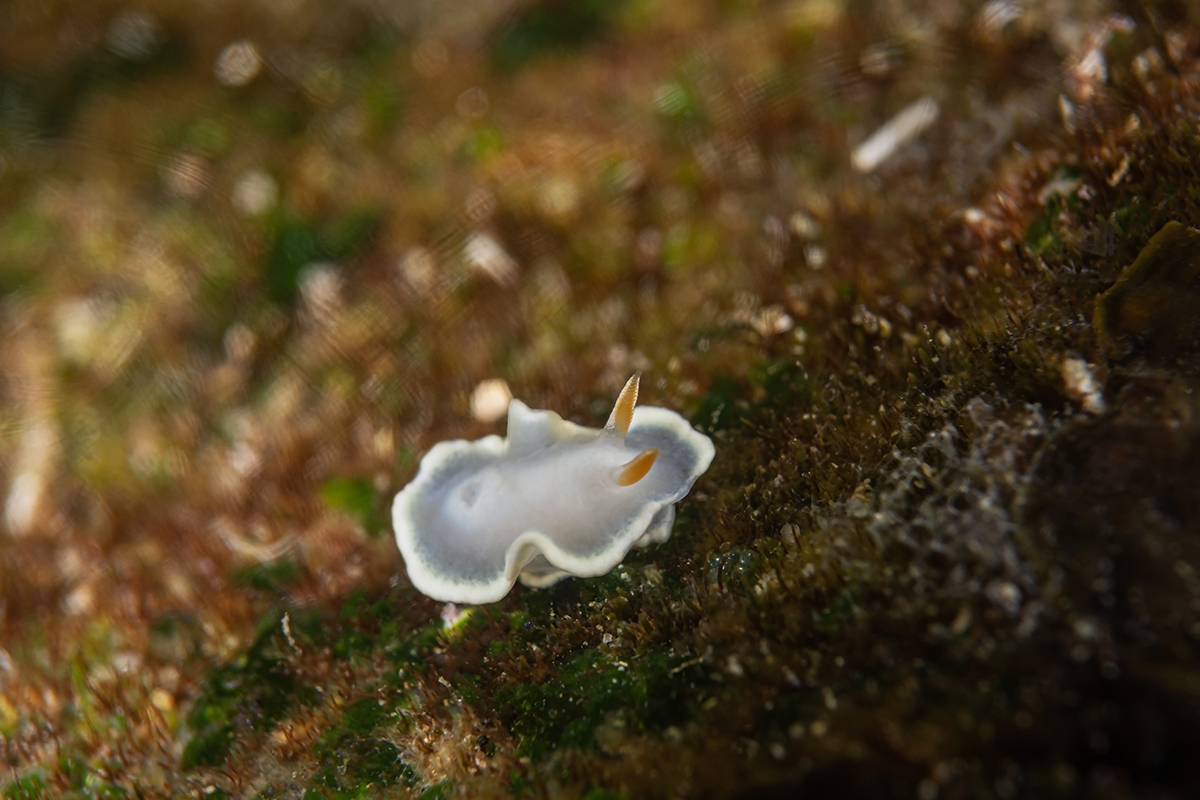
Ardeadoris angustolutea
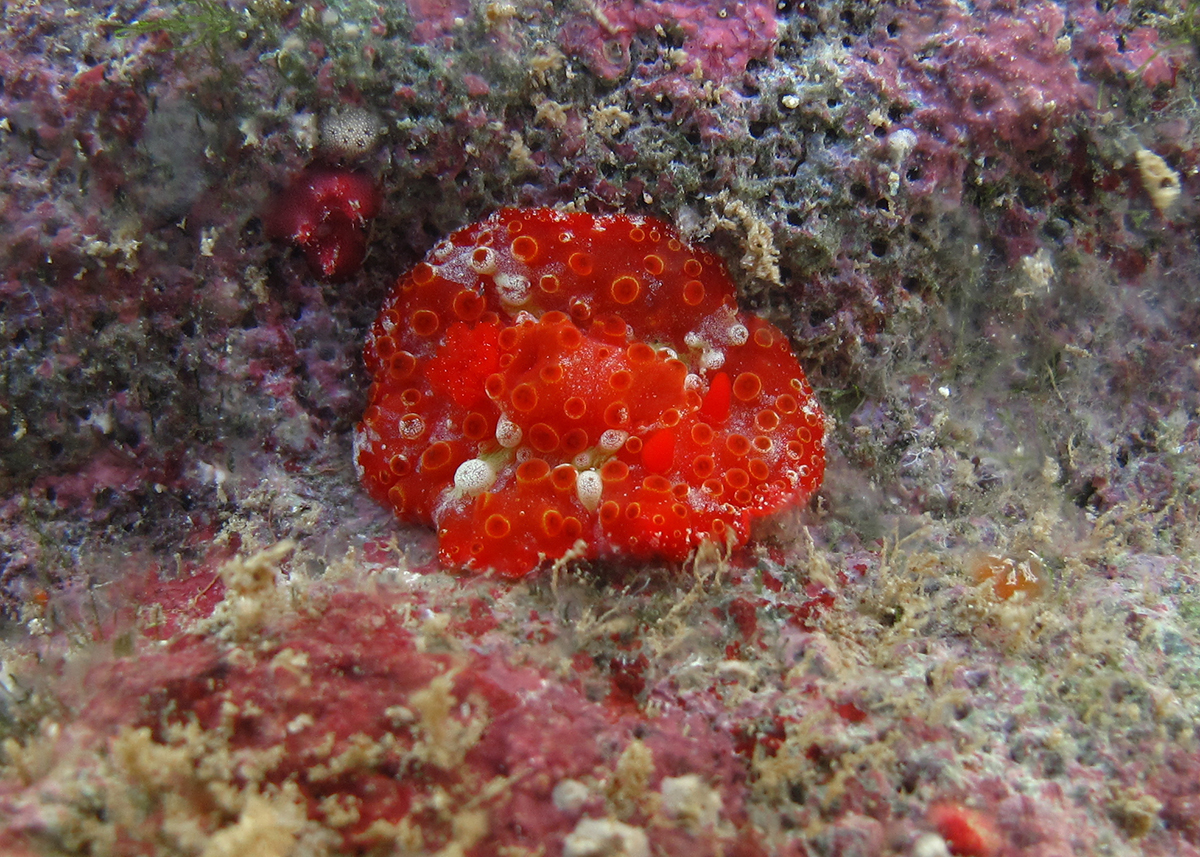
Un Aldisa fraise (Aldisa fragaria
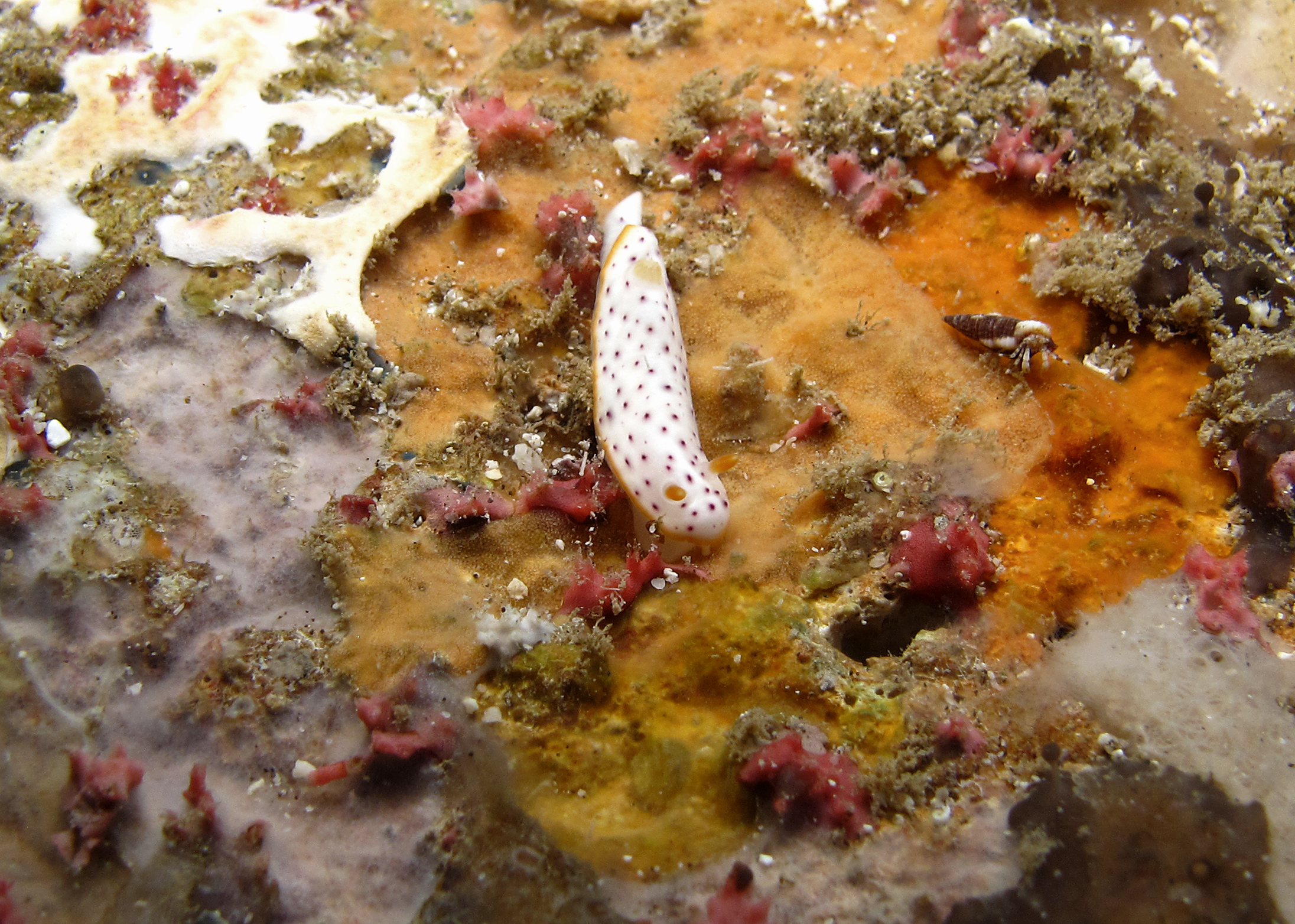
Chromodoris aspersa
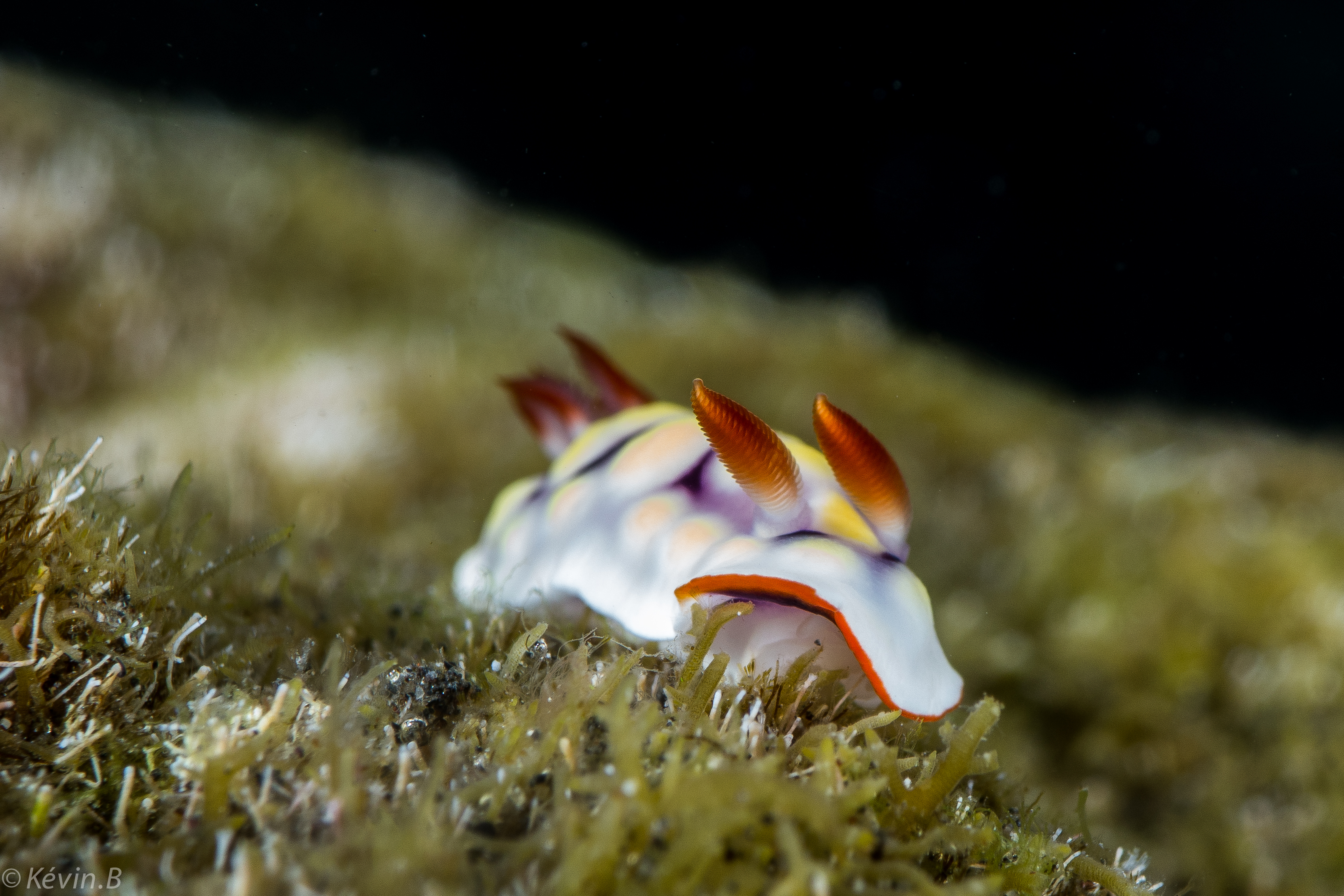
Chromodoris conchyliata
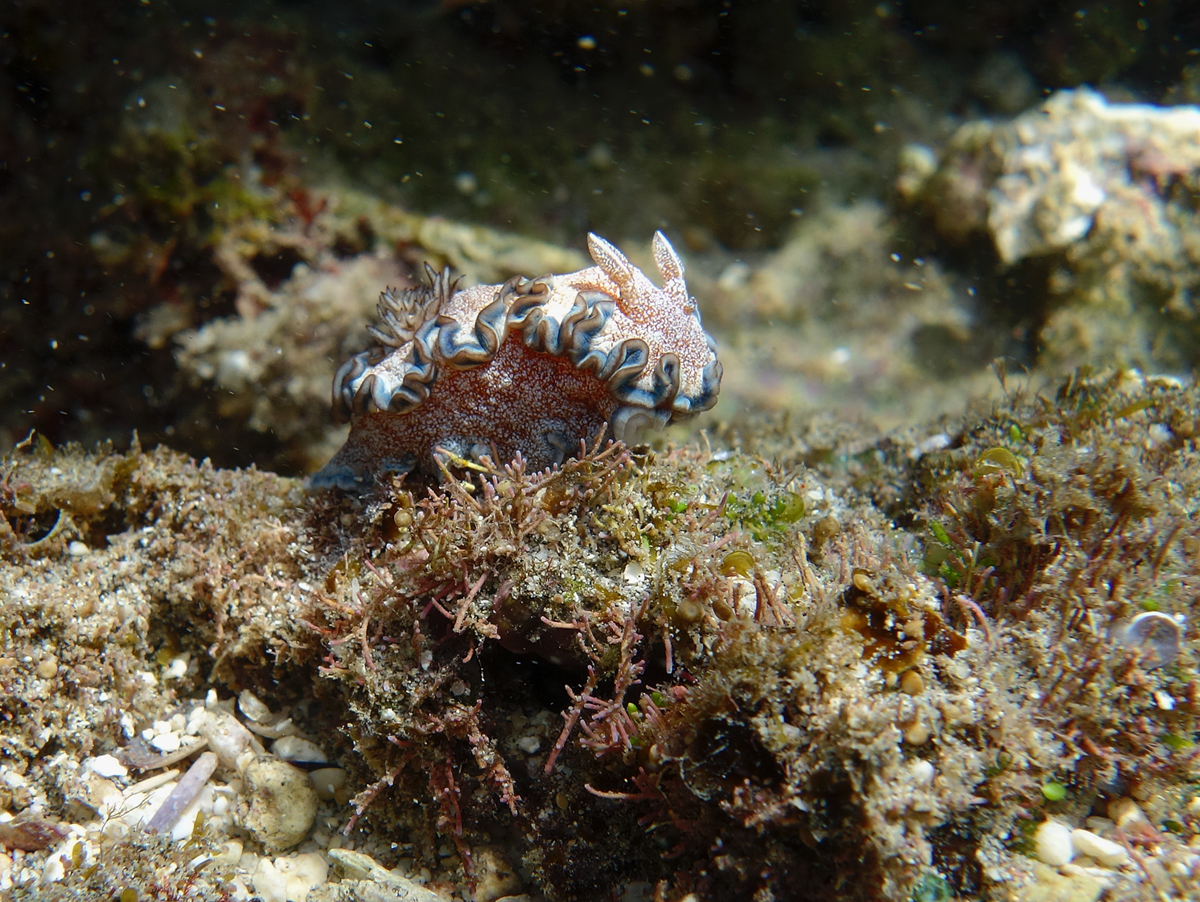
Doris à bord gris (Glossodoris hikuerensis)
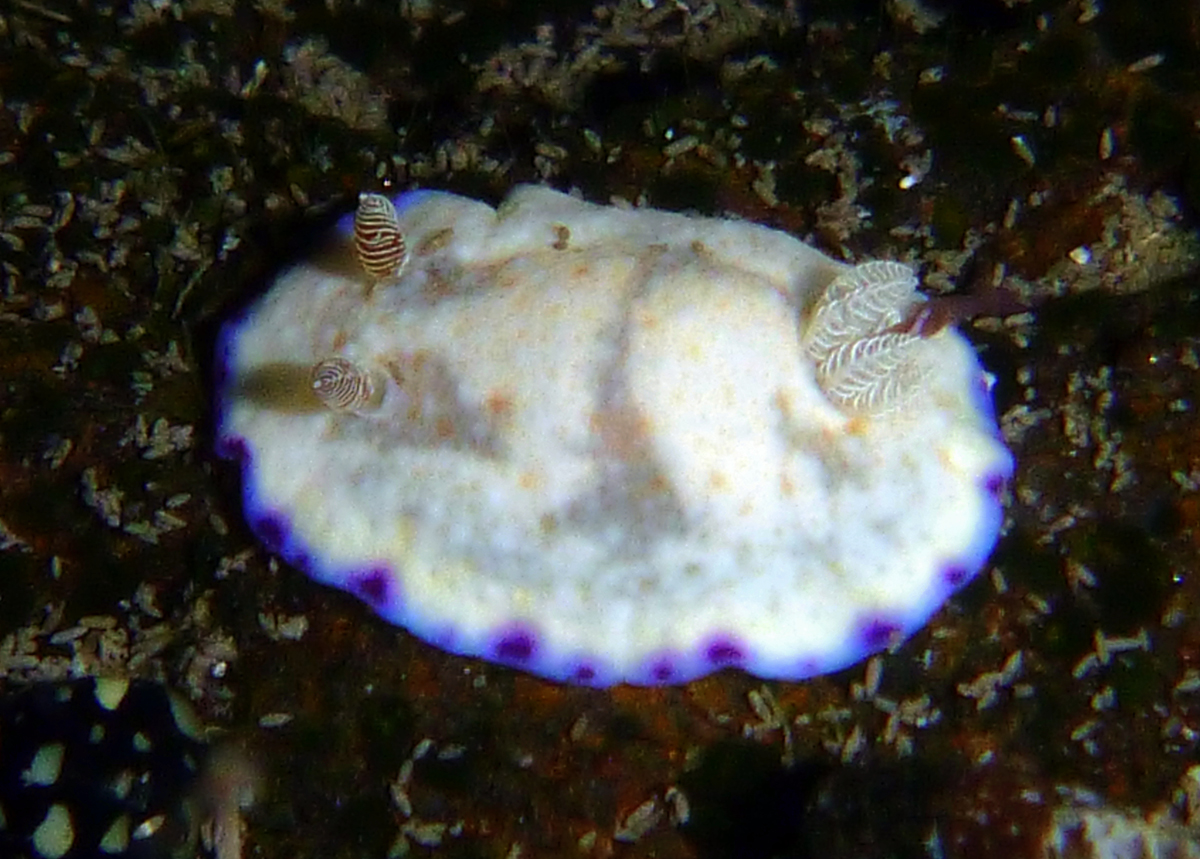
Goniobranchus alius
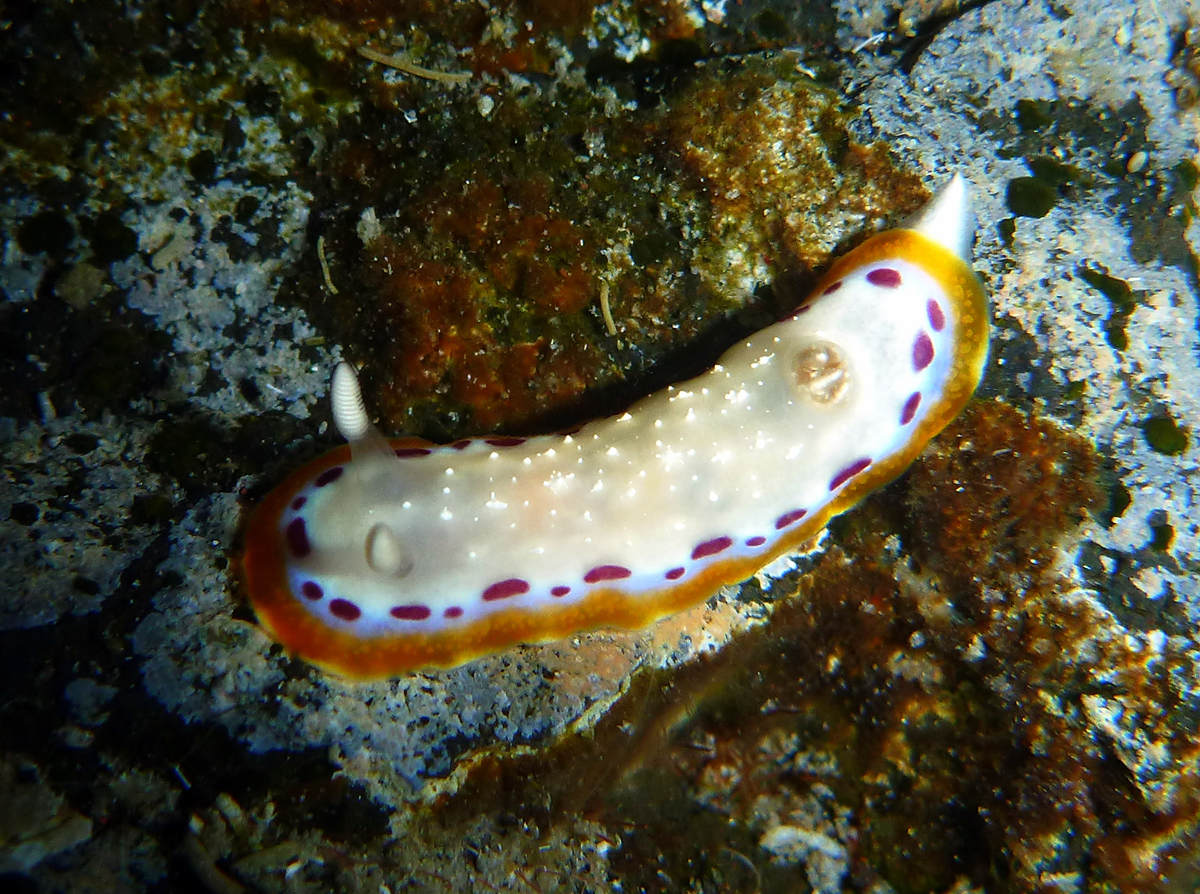
Goniobranchus lekker
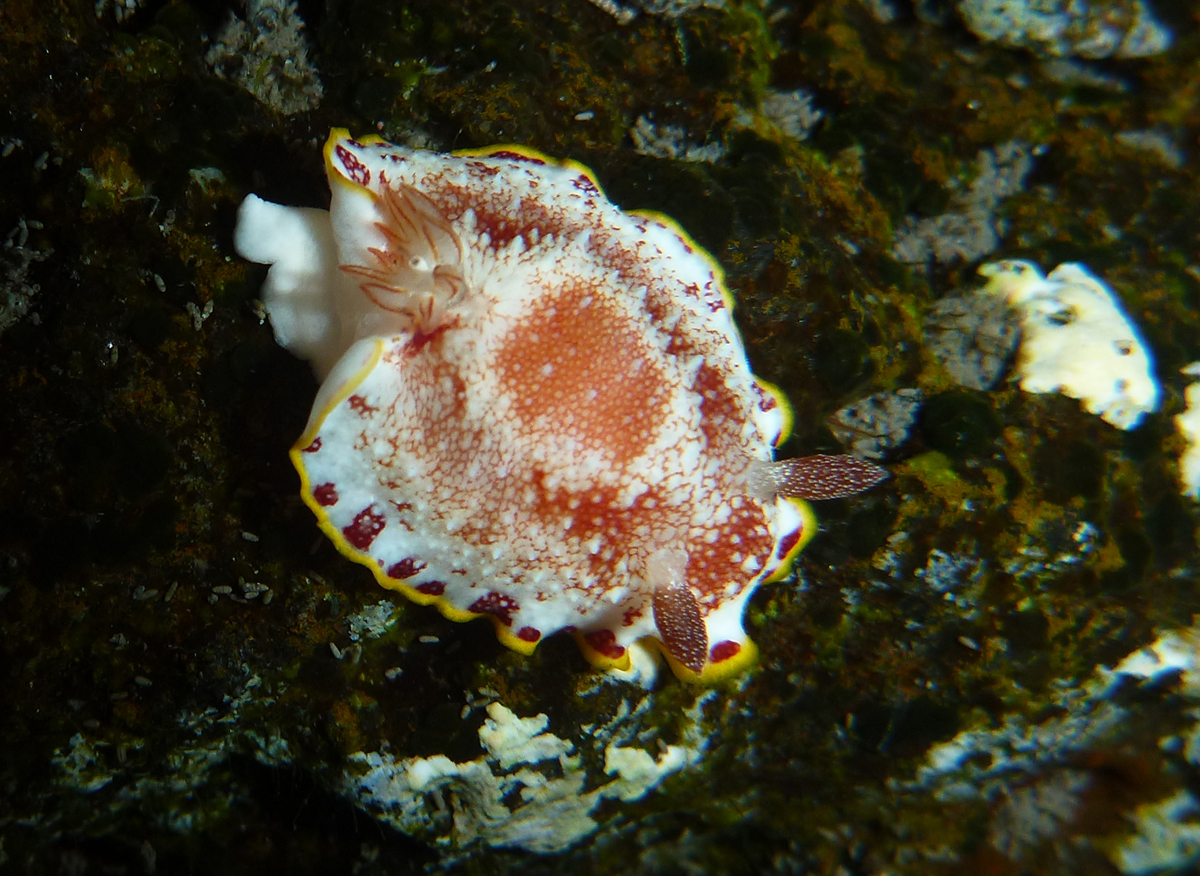
Goniobranchus tinctorius
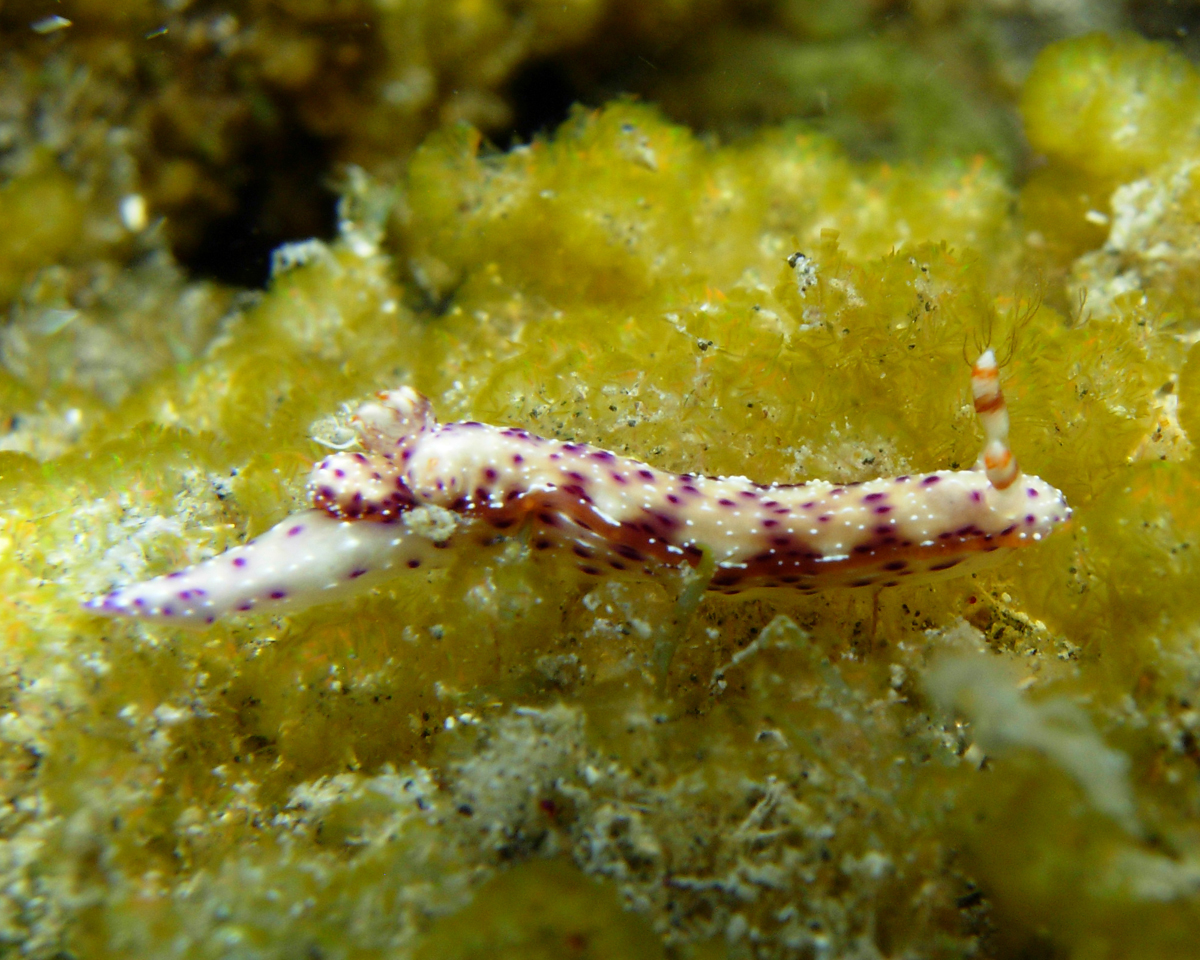
Hypselodoris juniperae
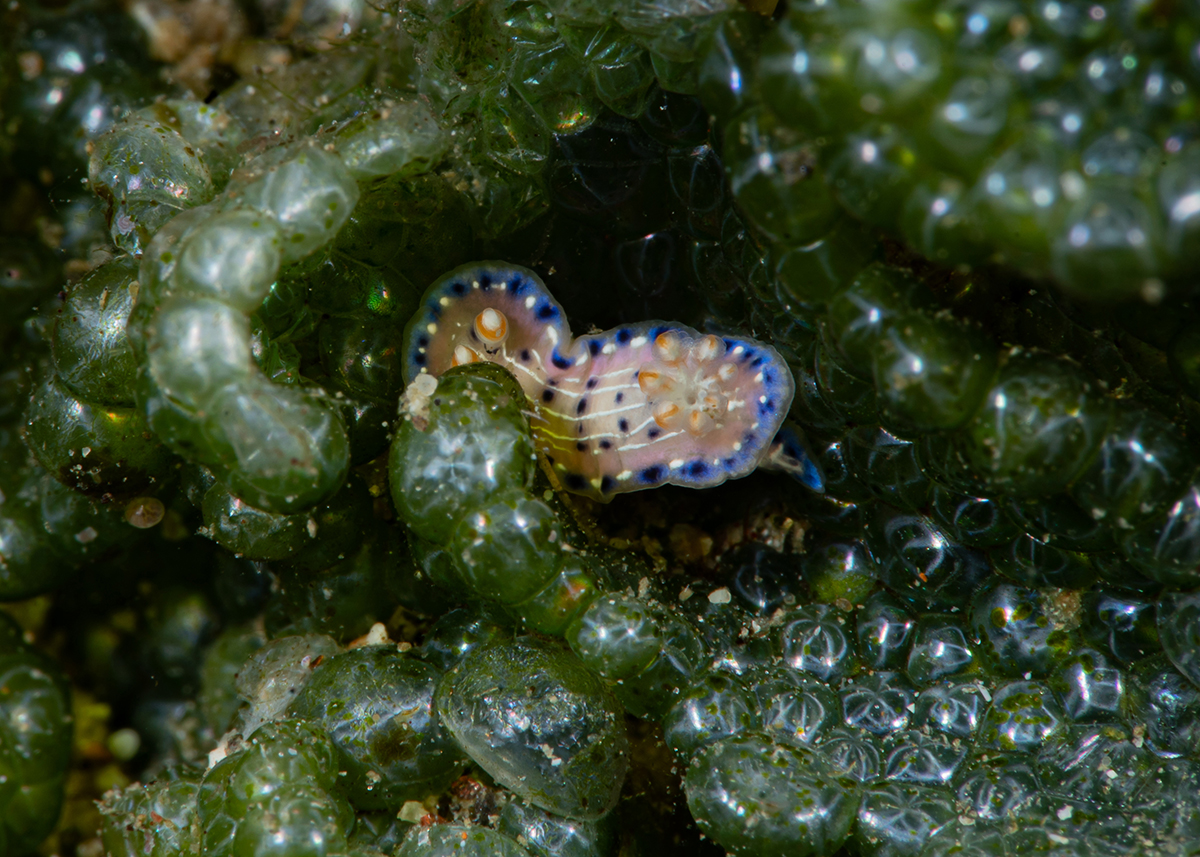
Un Hypselodoris sp. juvénile.
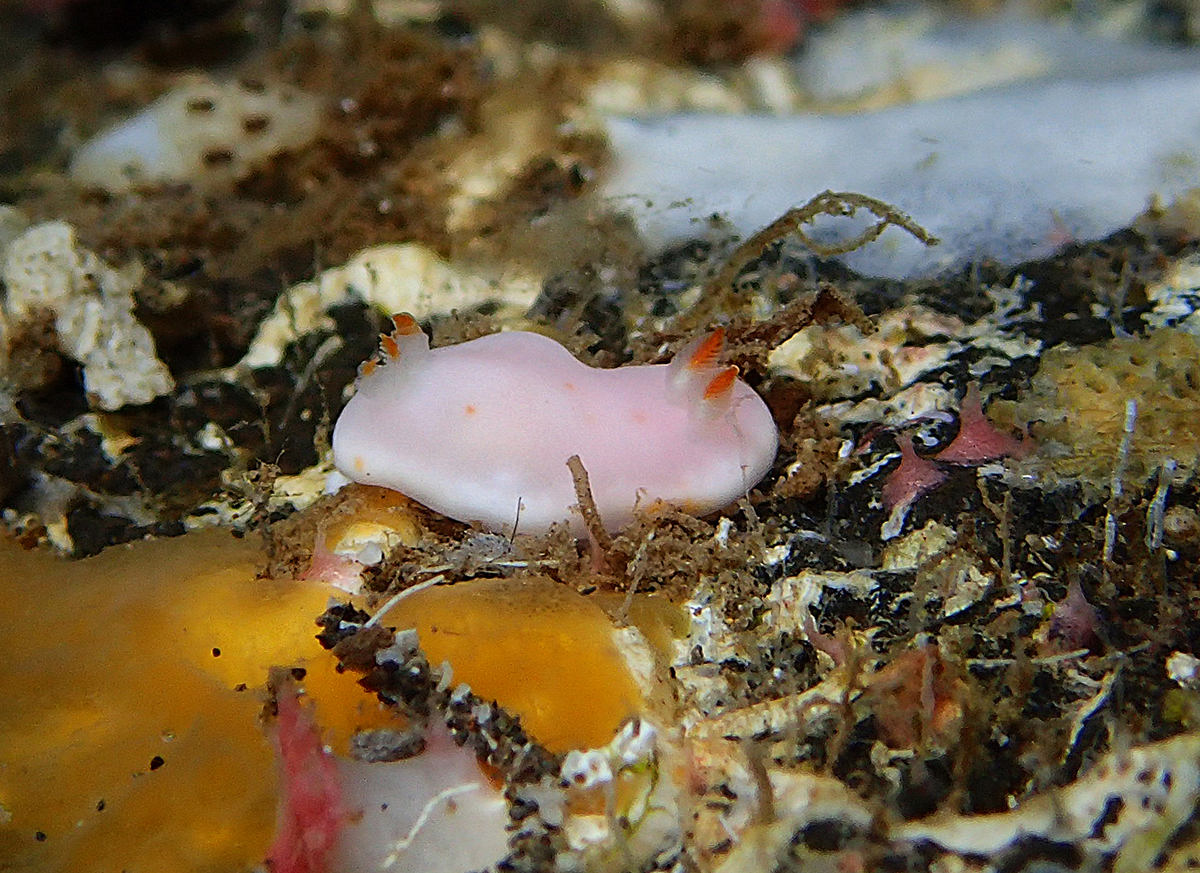
Verconia simplex
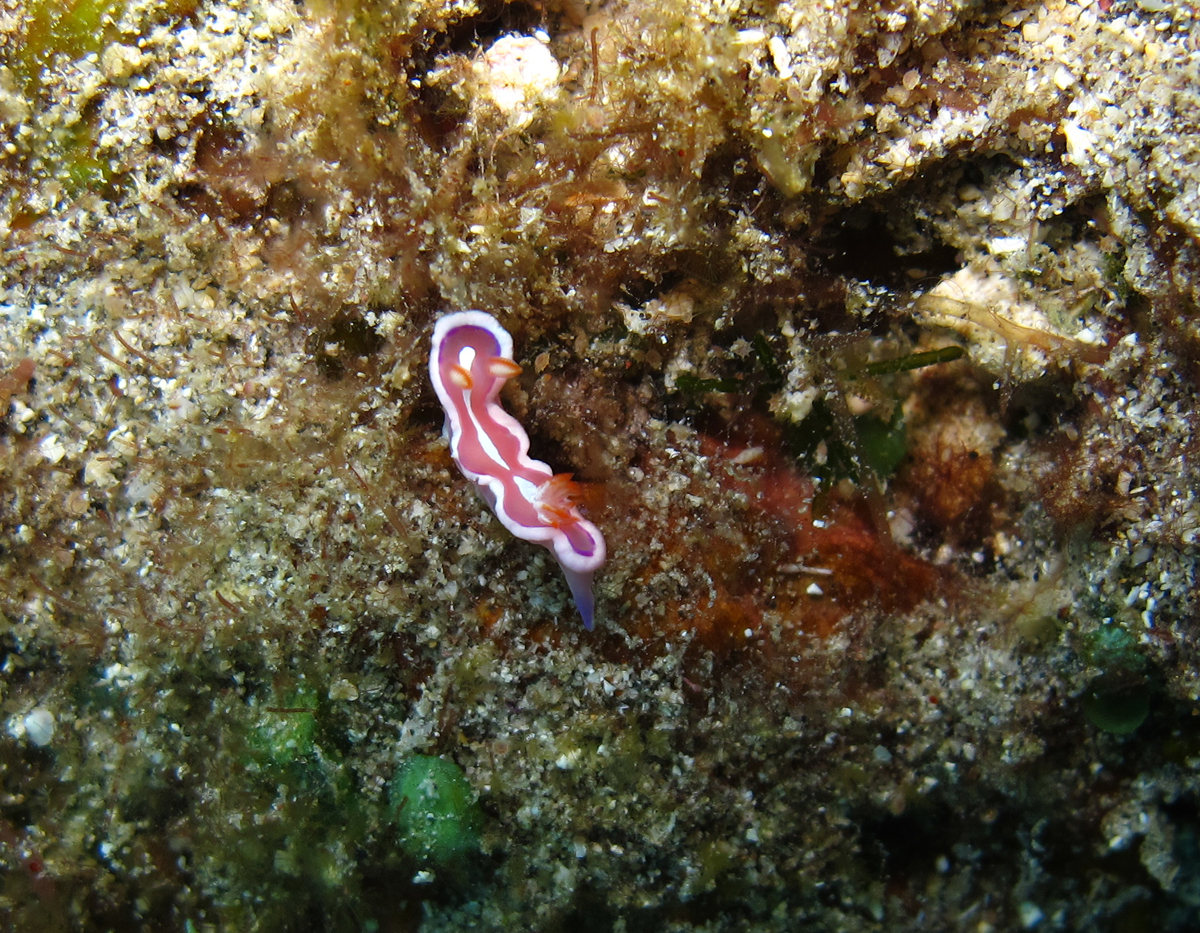
Verconia varians
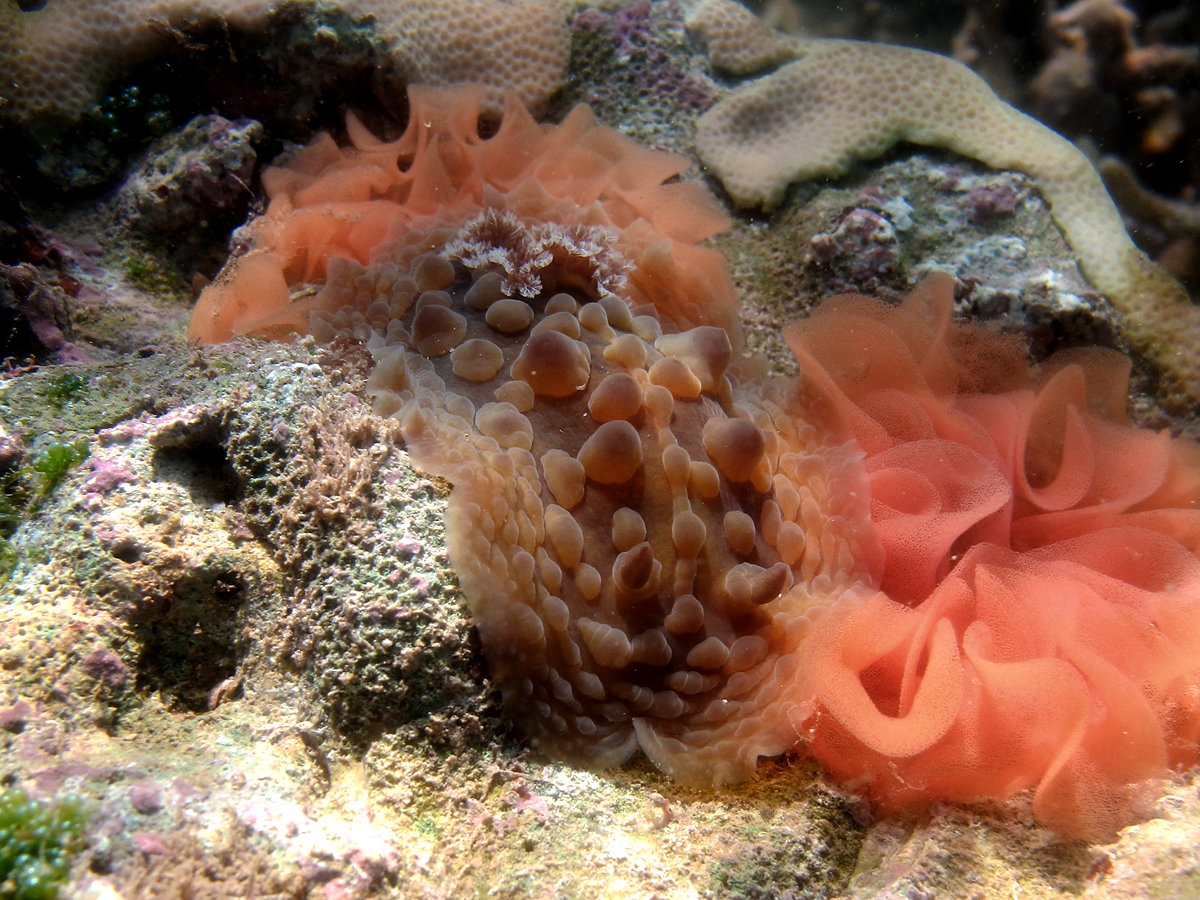
Asteronotus cespitosus et sa ponte.
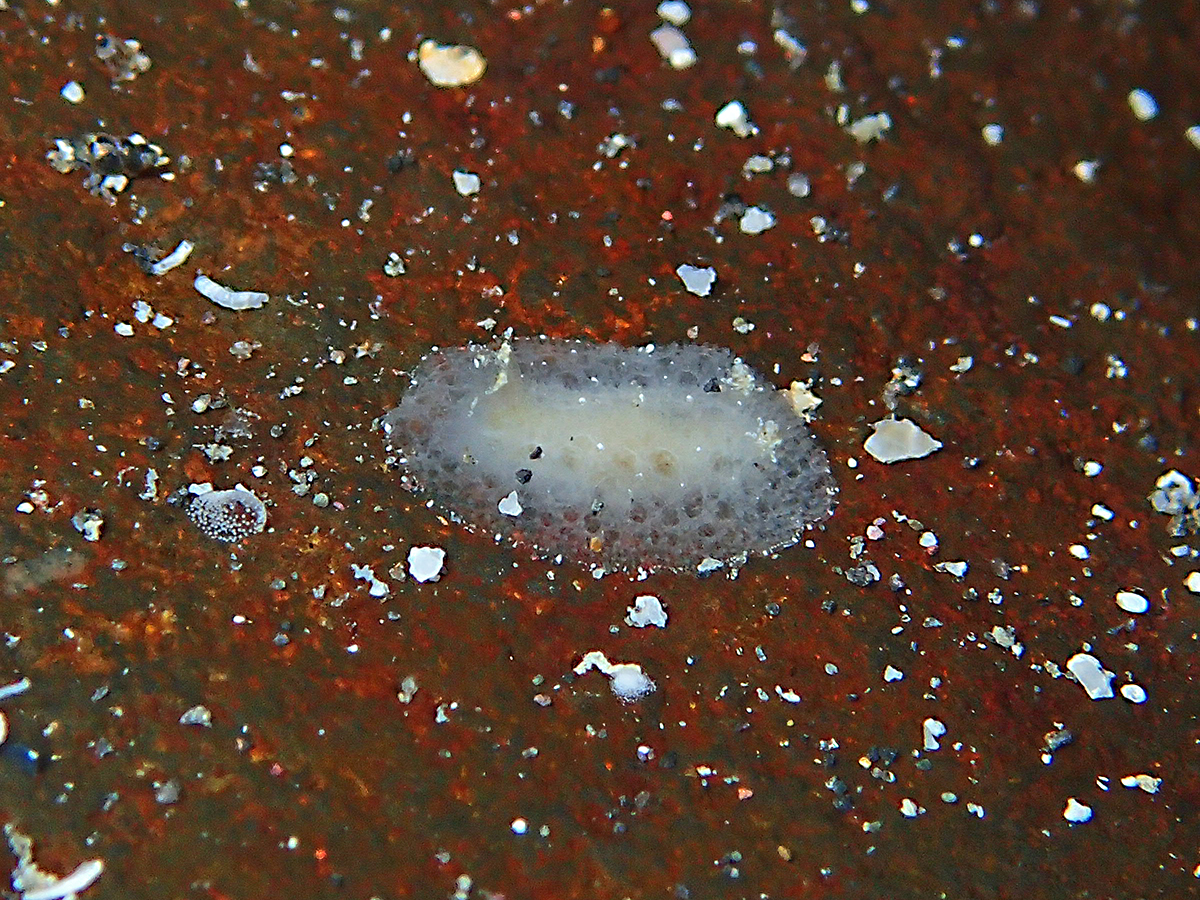
Atagema sp. 8
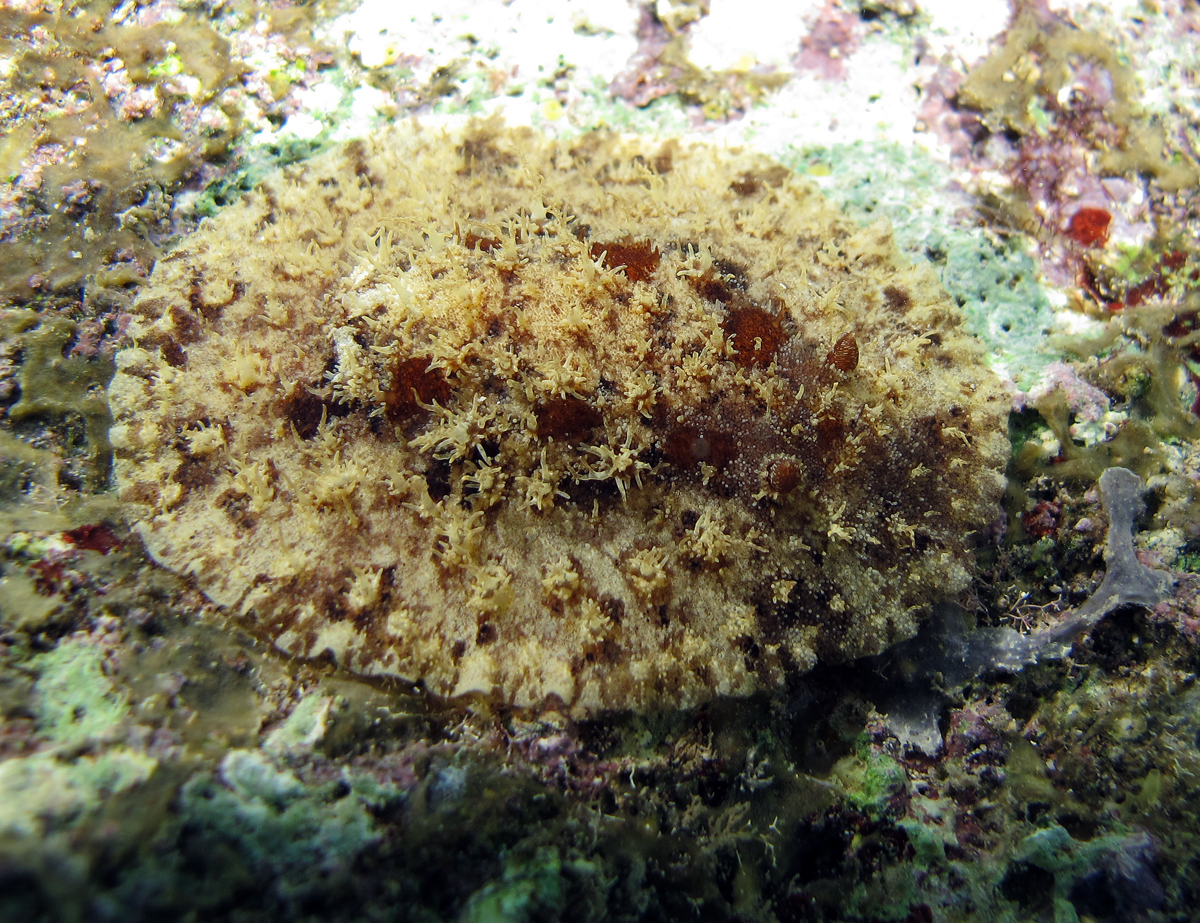
Doris raripilosa
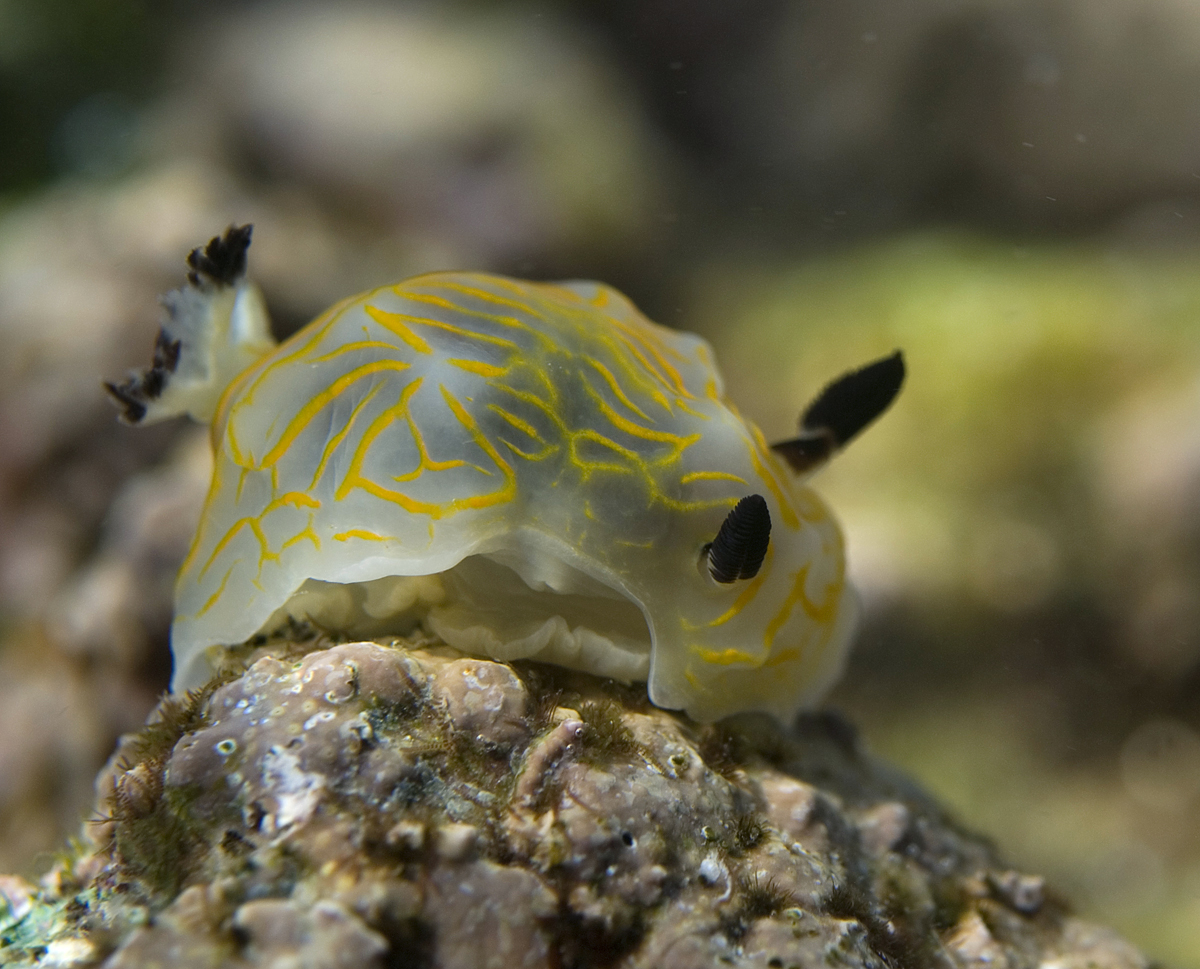
Halgerda à lignes jaunes (Halgerda formosa)
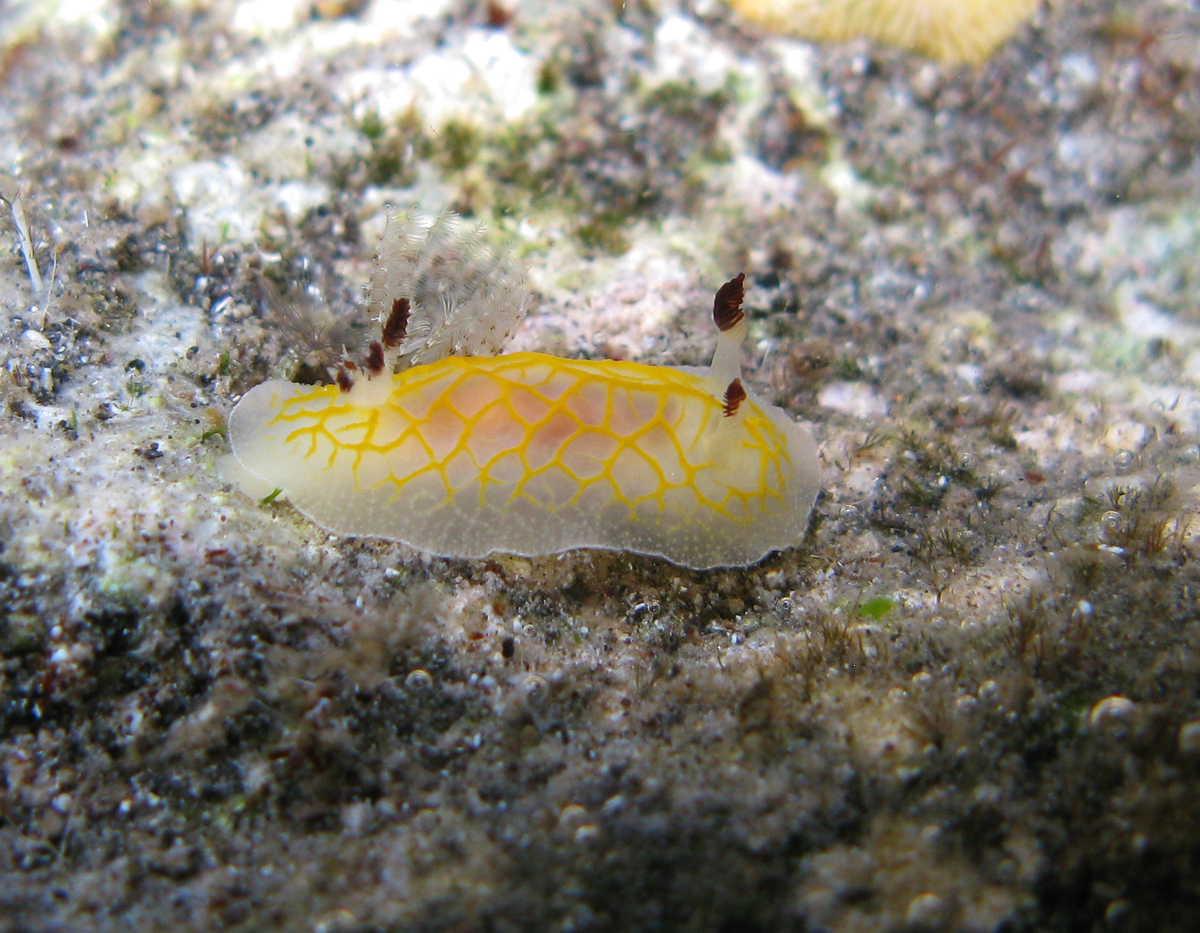
Halgerda toliara
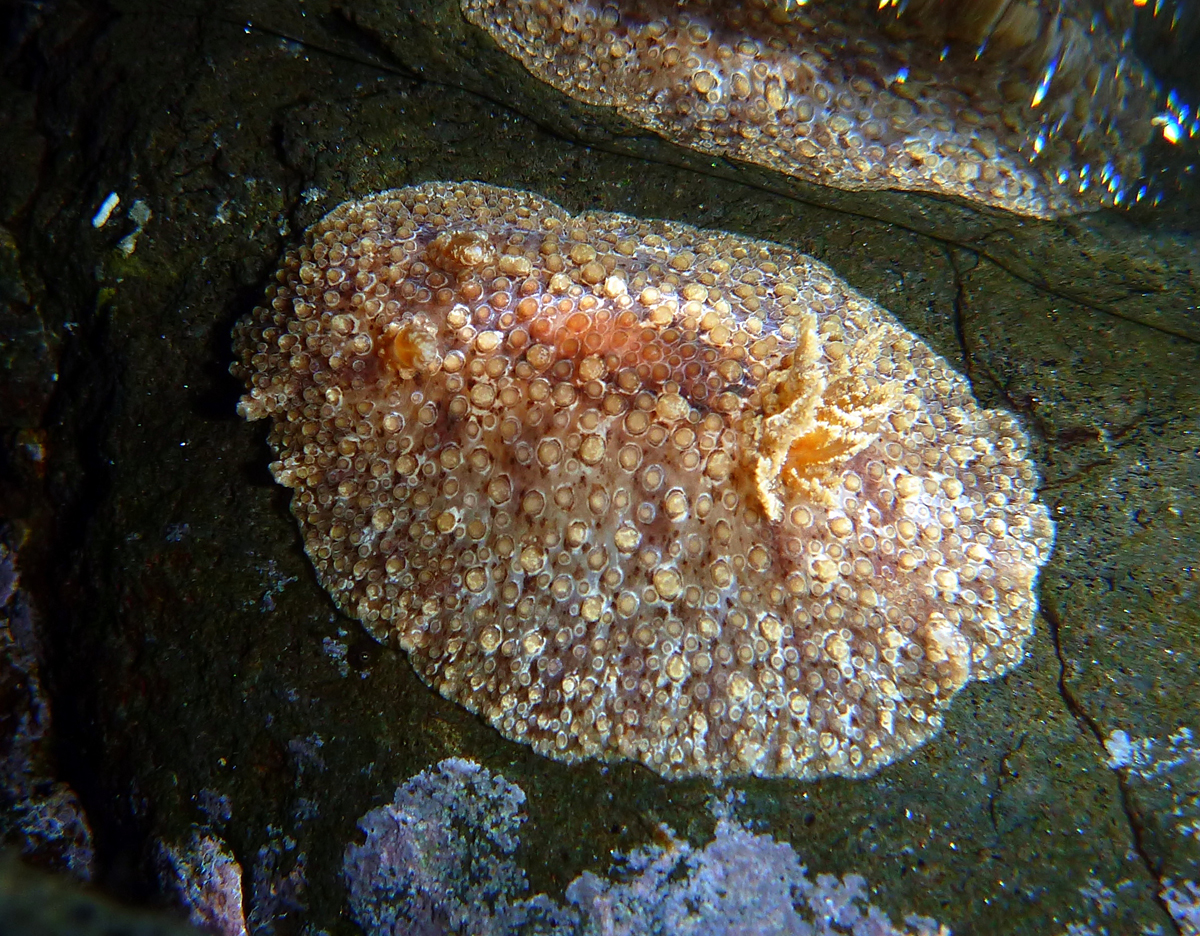
Hoplodoris bifurcata/Carminodoris pustulata
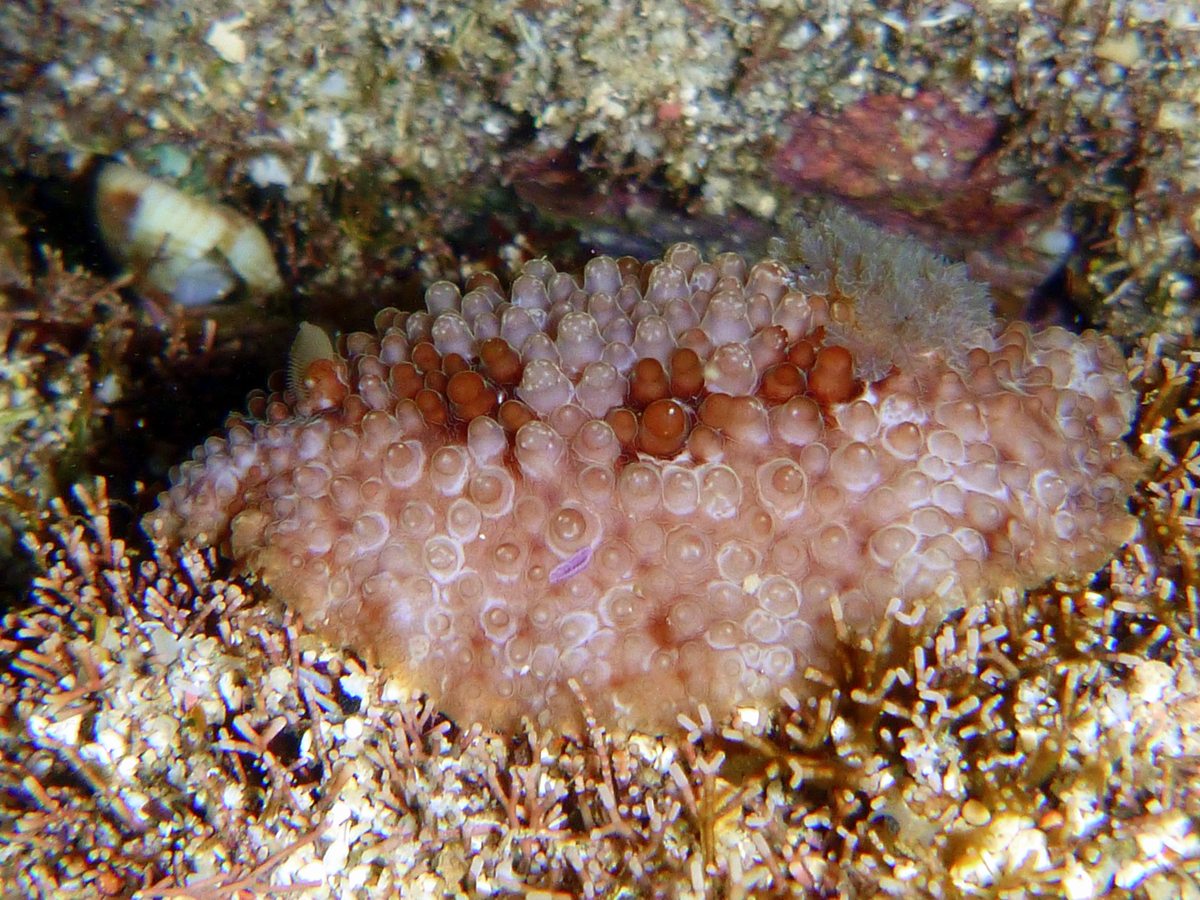
Carminodoris grandiflora
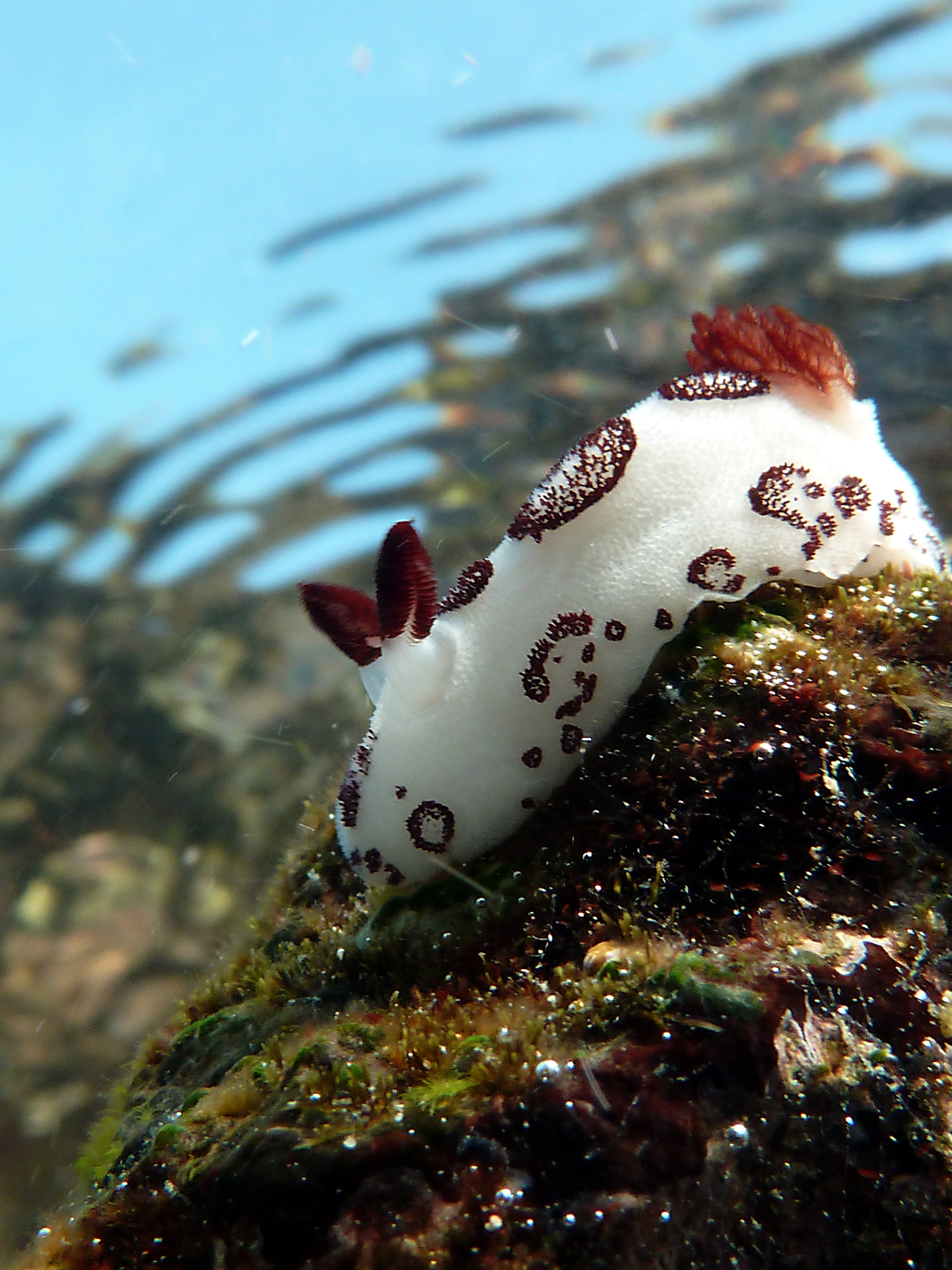
Jorunna funèbre (Jorunna funebris)
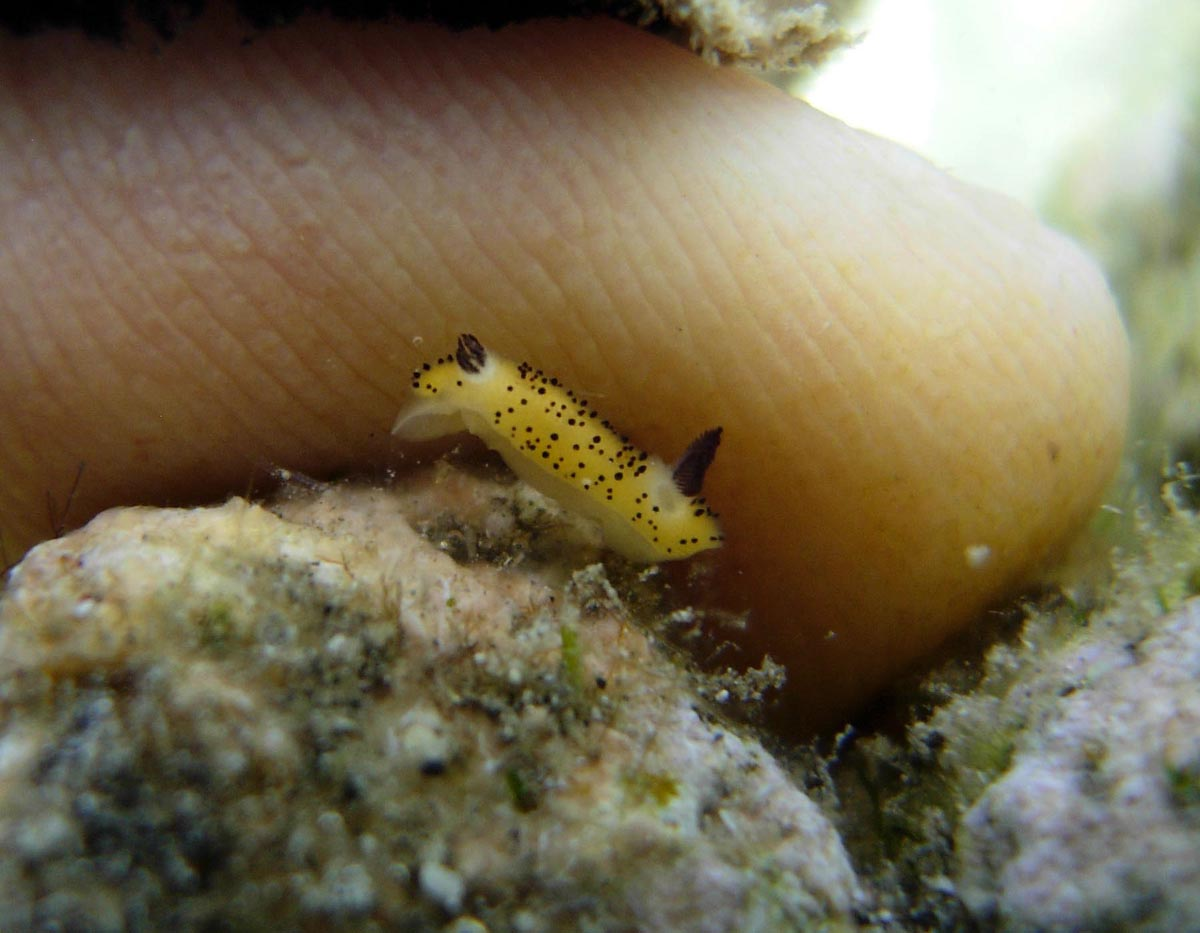
Jorunna parva
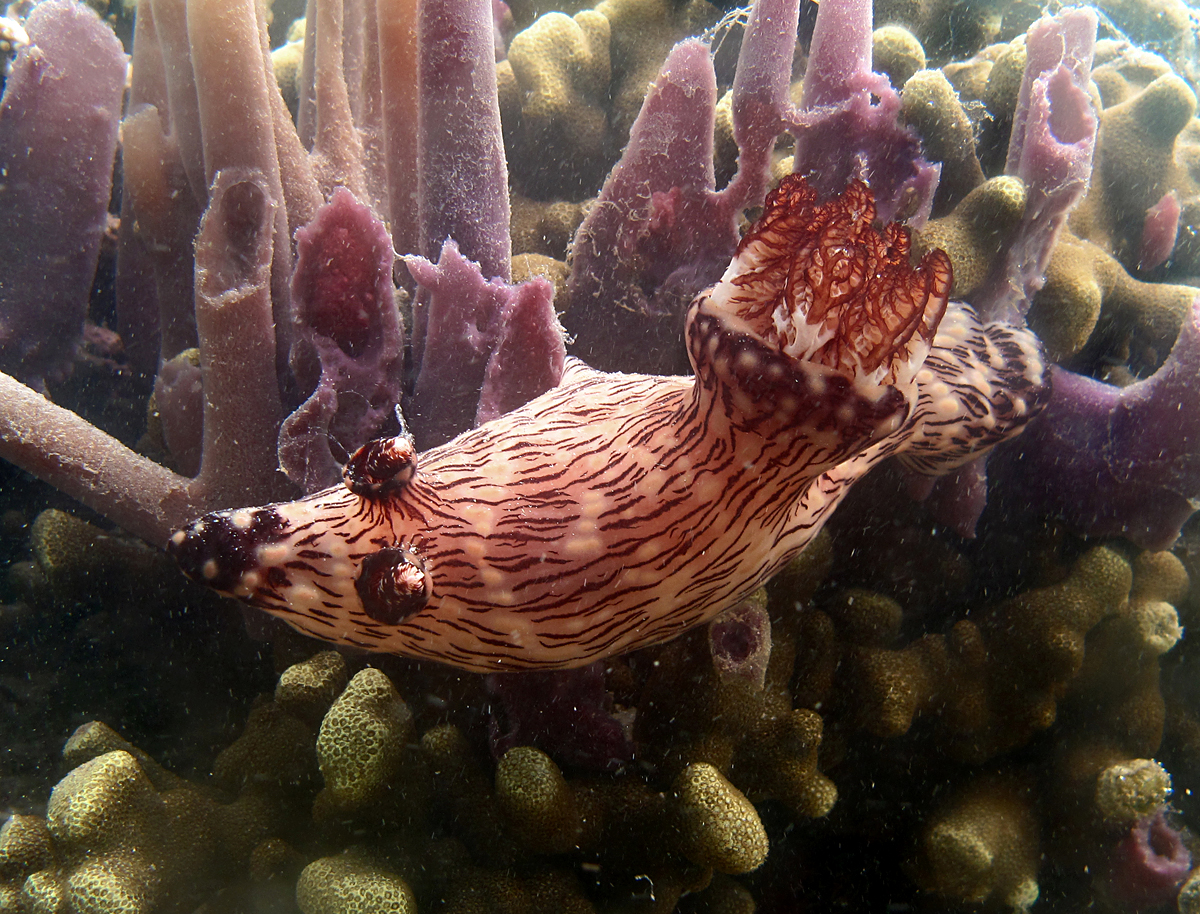
Jorunna veineuse (Jorunna rubescens)
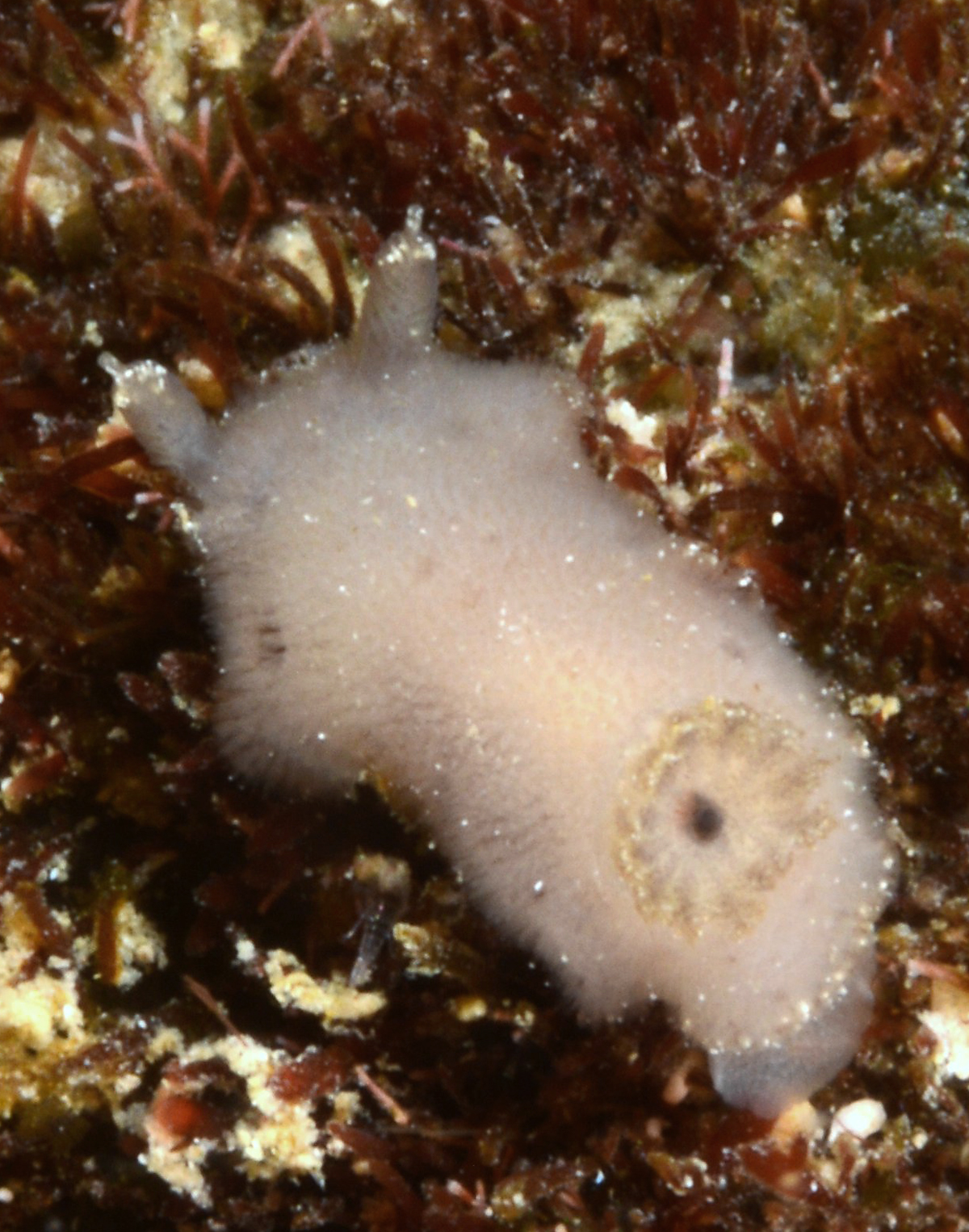
Jorunna sp.
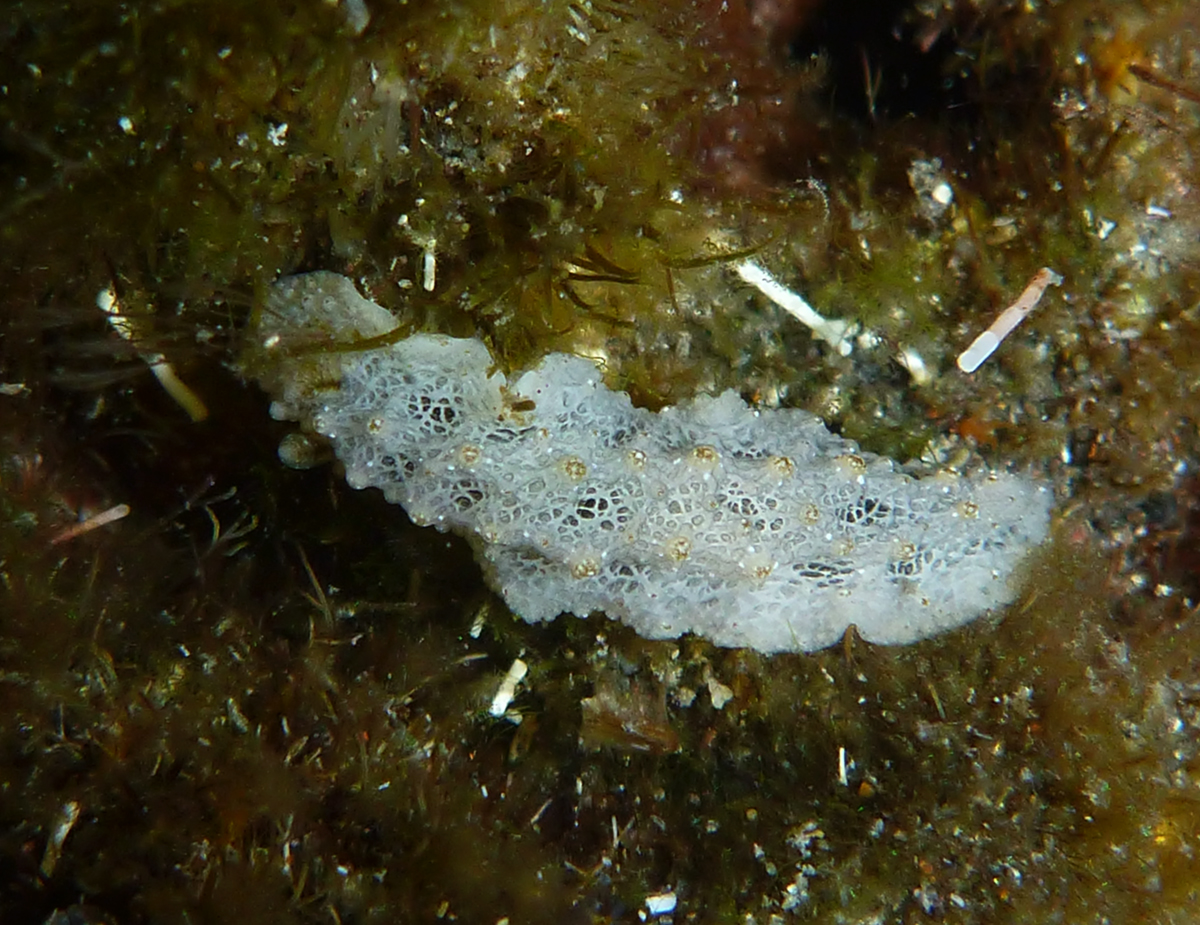
Discodoris sp. 5?
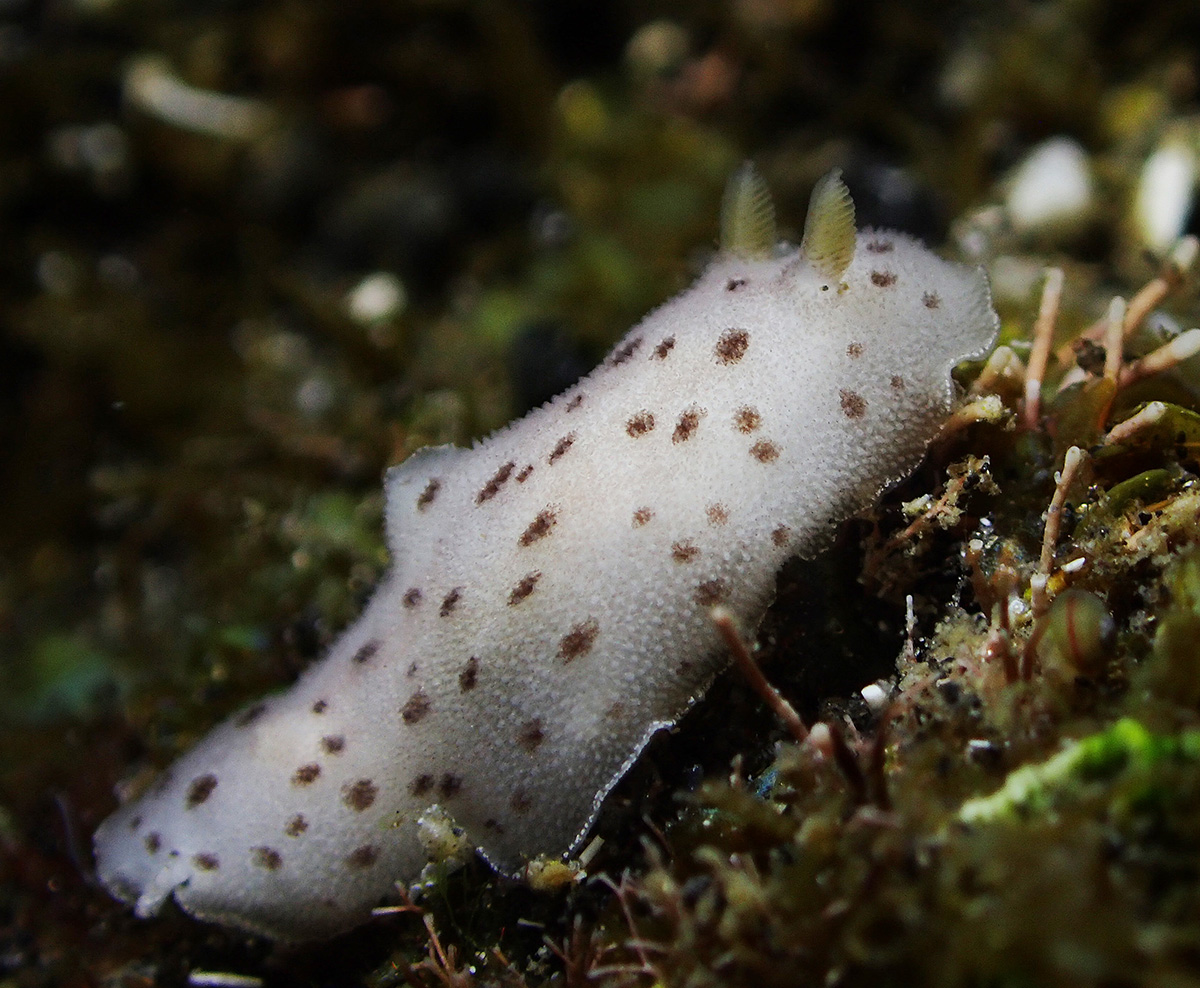
Paradoris sp.
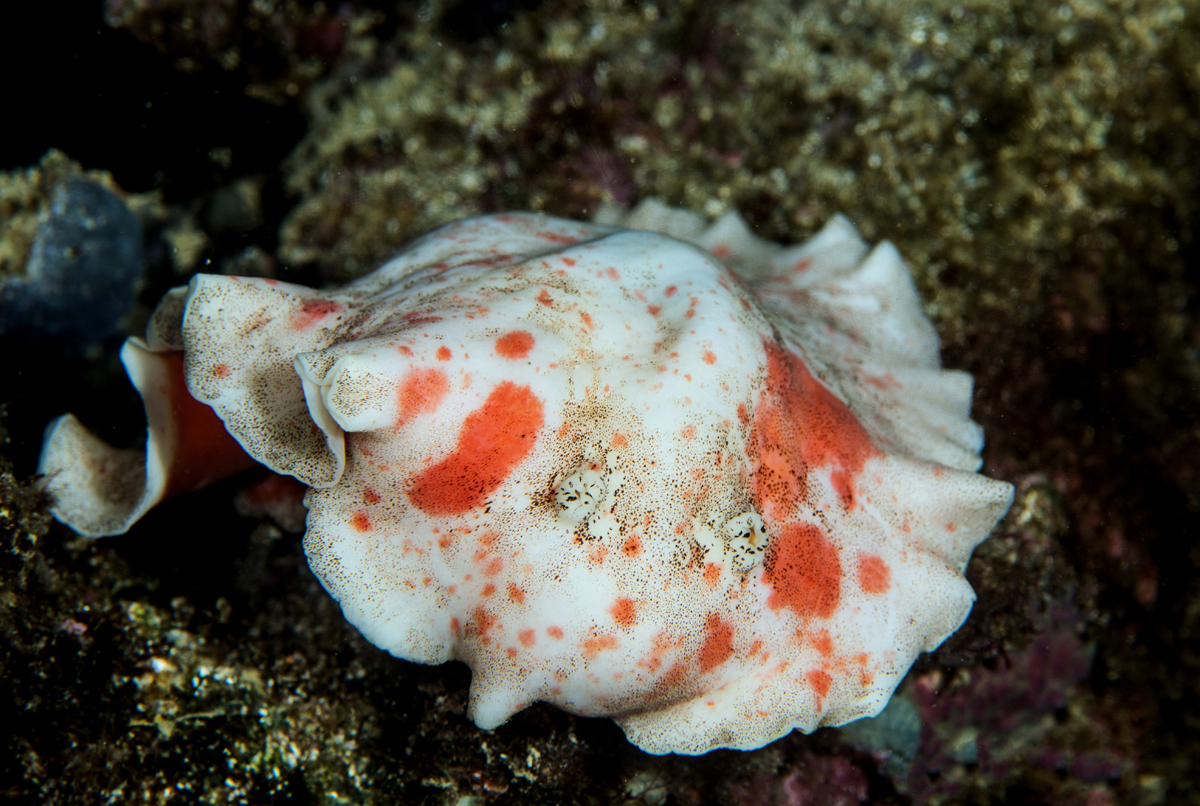
Platydoris formosa
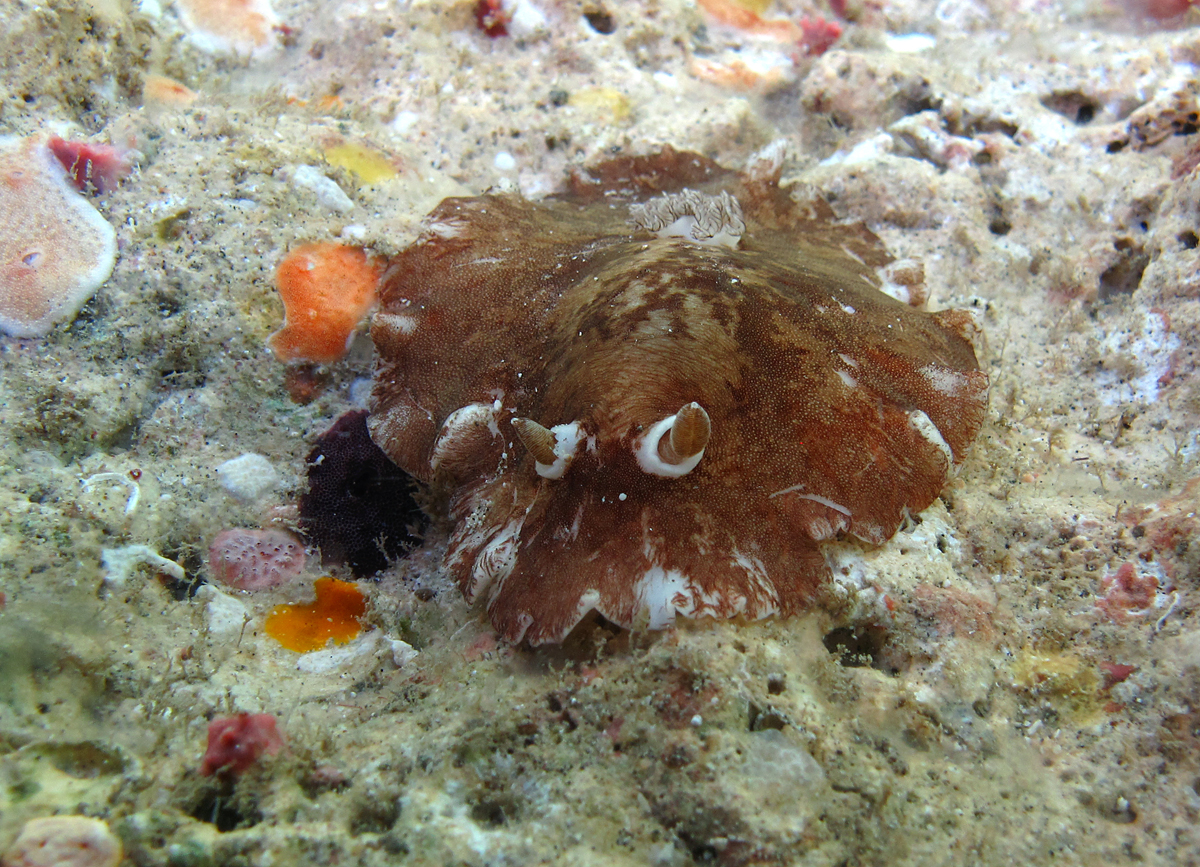
Platydoris striata
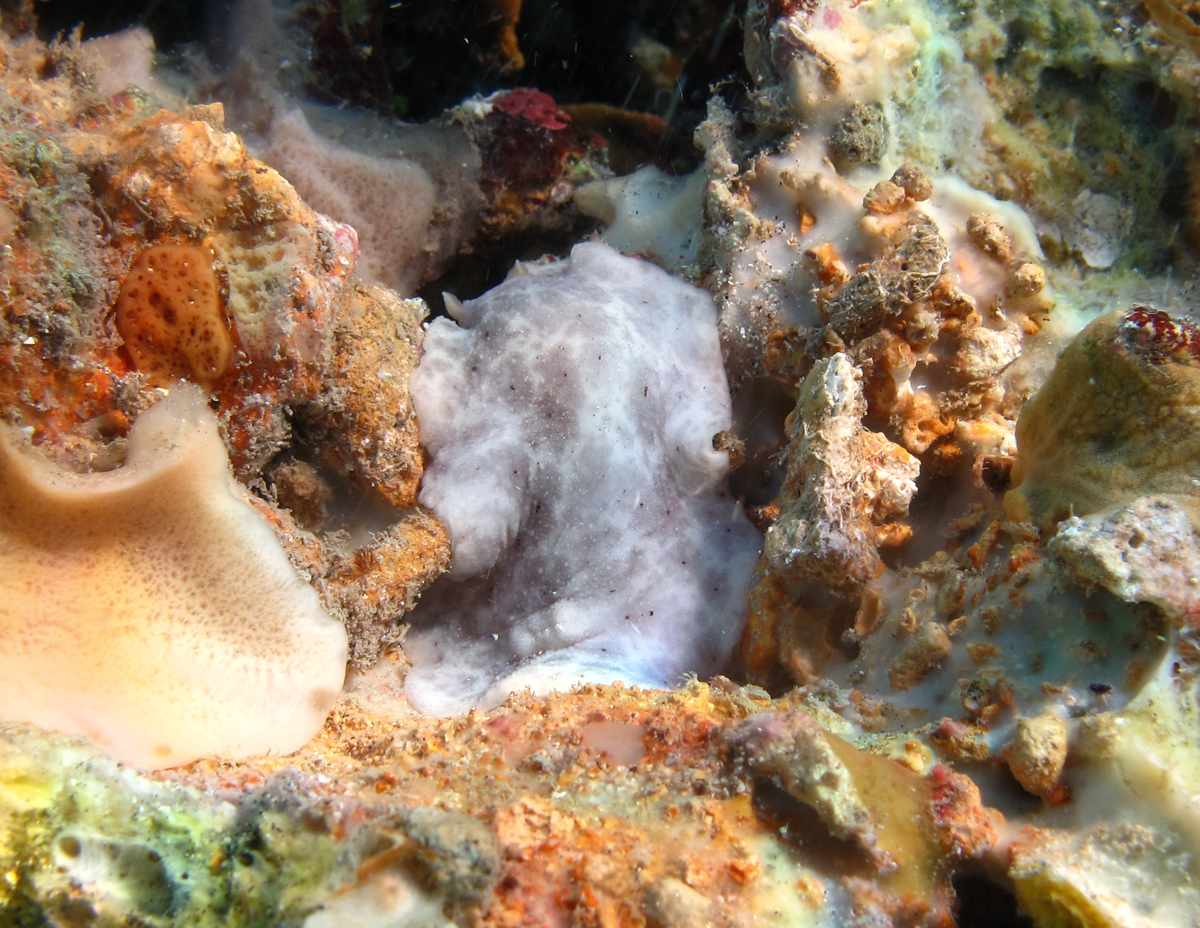
Discodoris azurée (Peltodoris murrea)
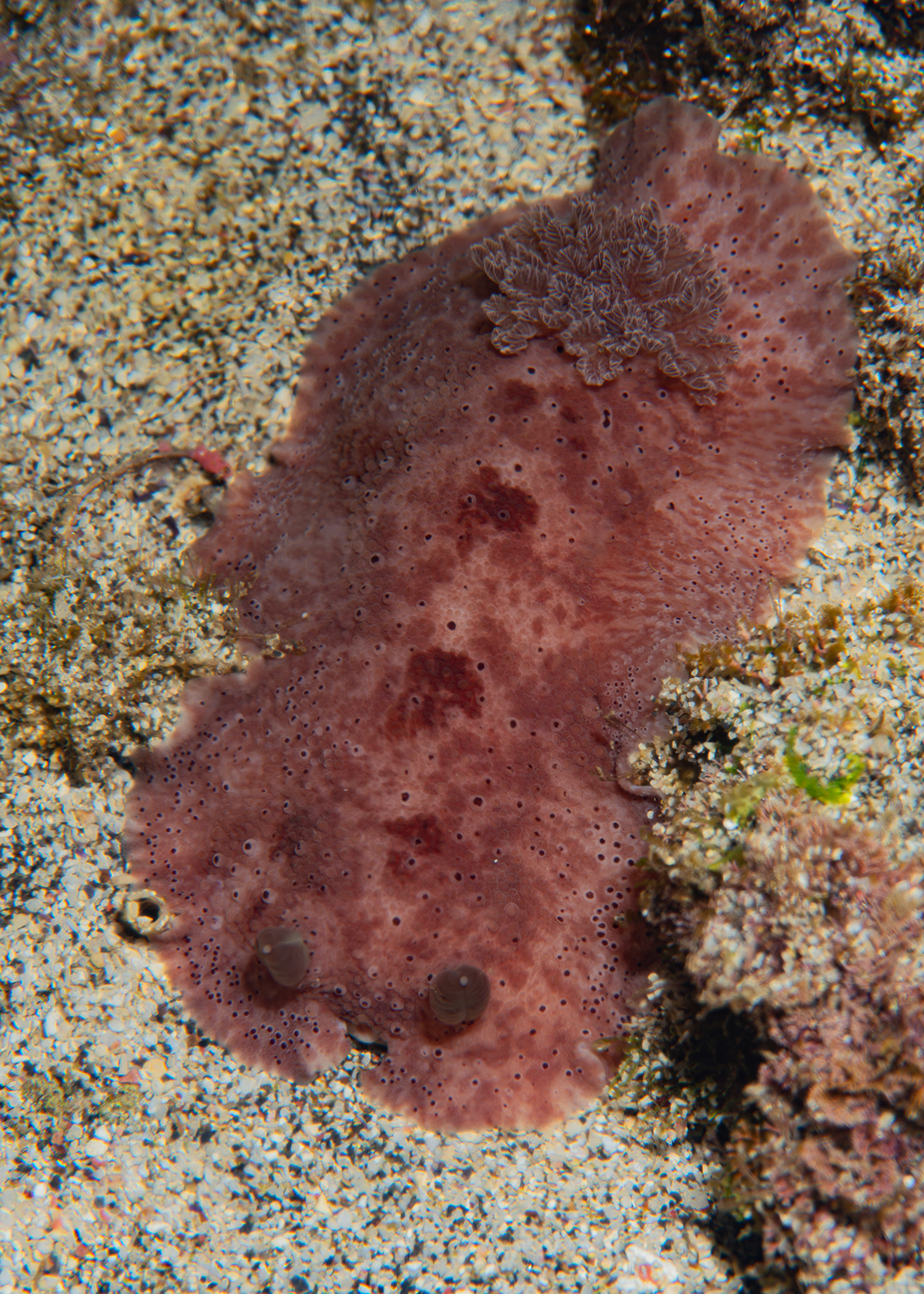
Peltodoris rubra
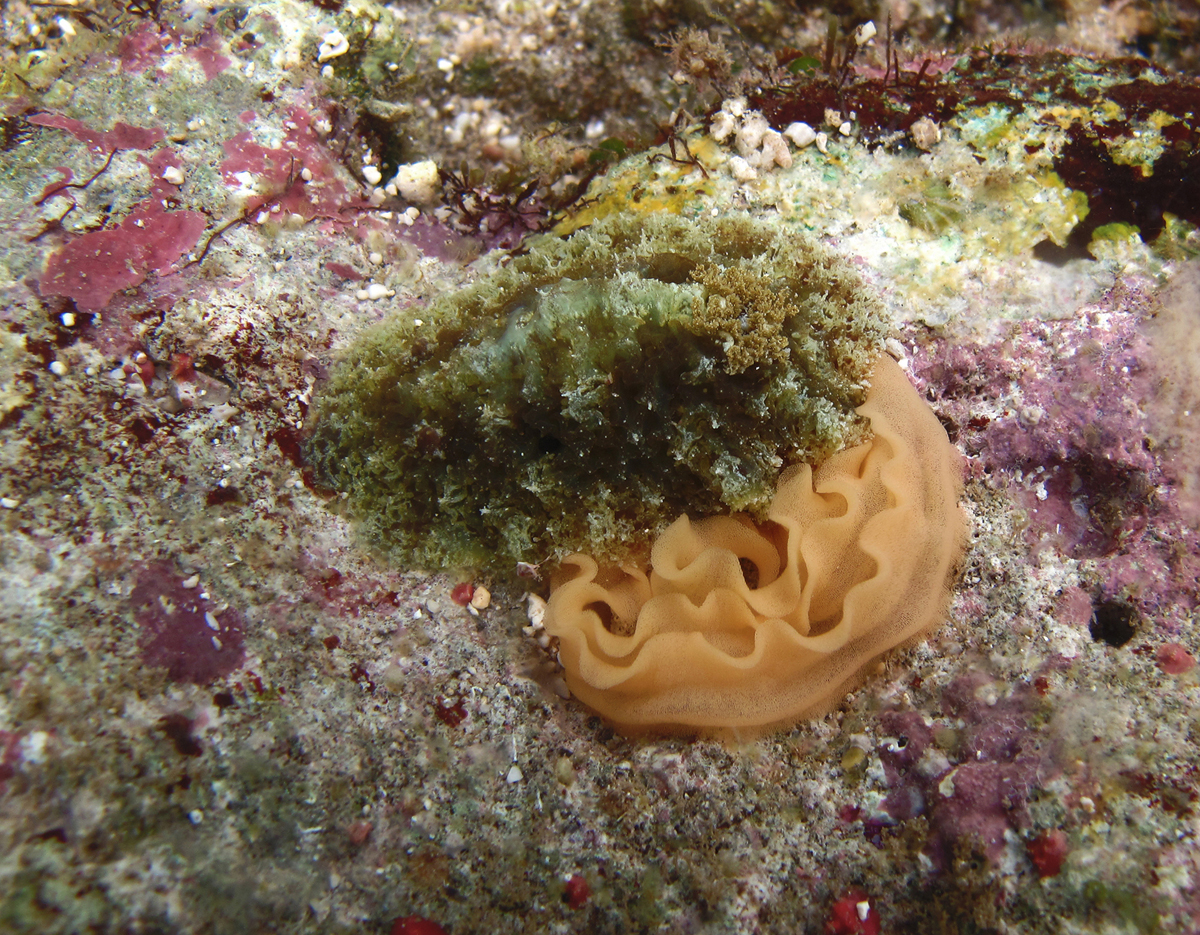
Sclerodoris apiculata en train de pondre
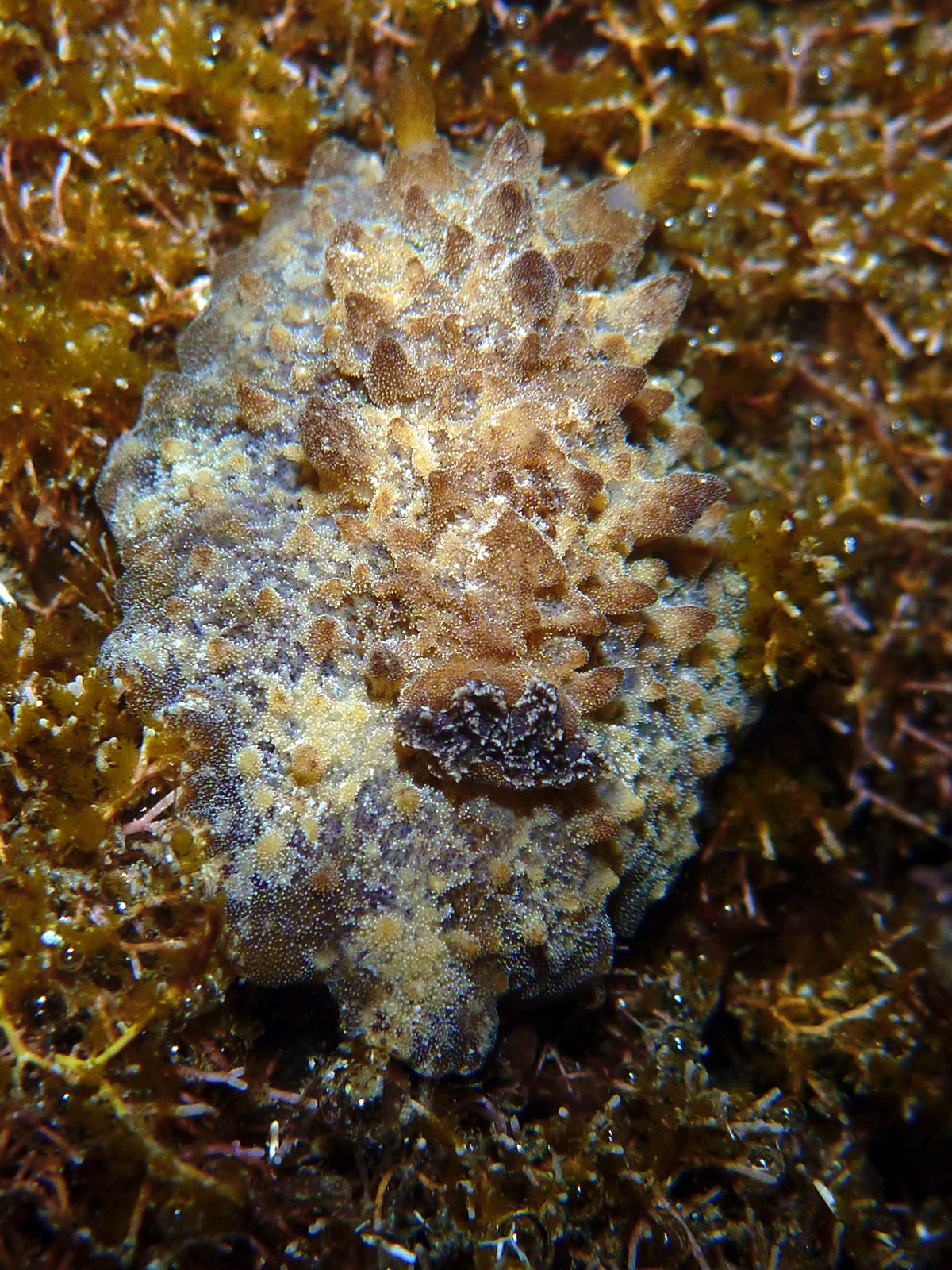
Sclerodoris coriacea
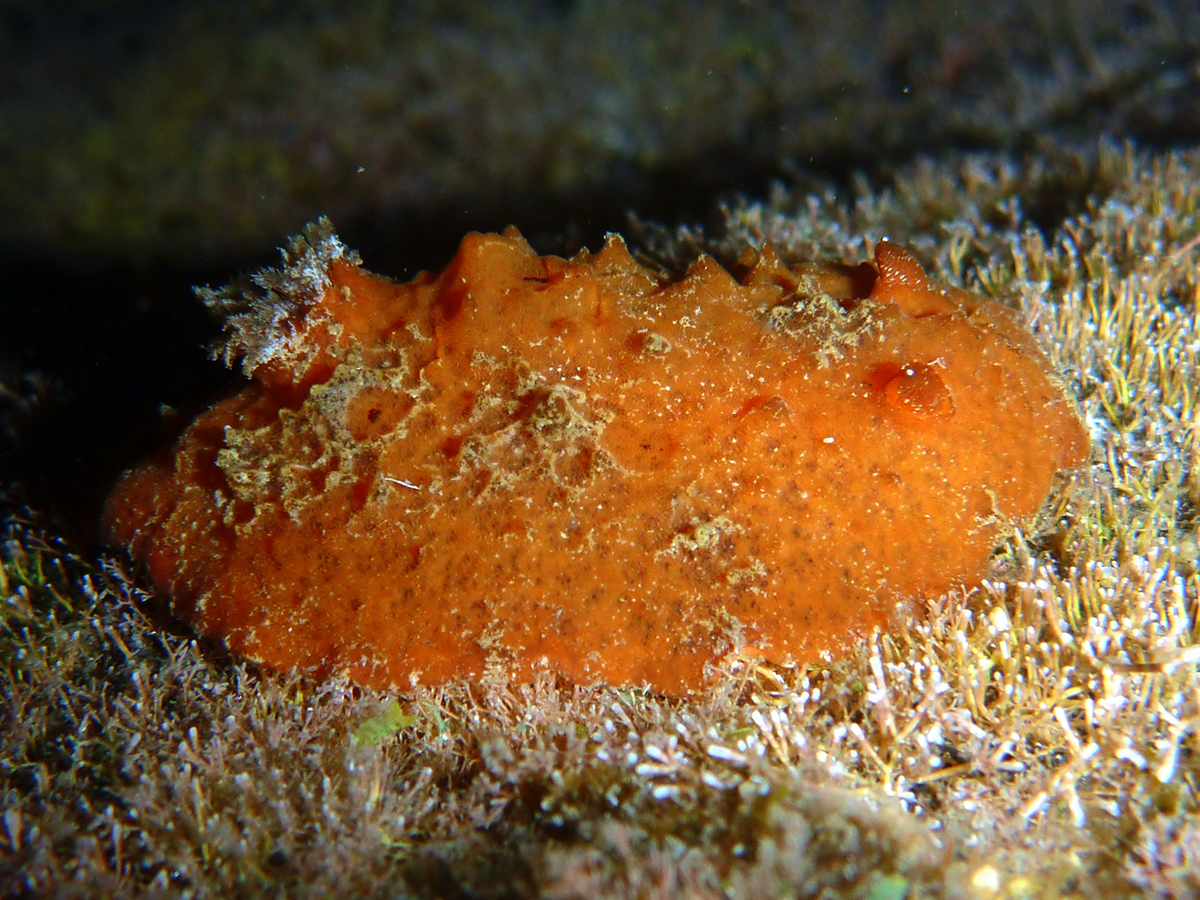
Sclerodoris tuberculata
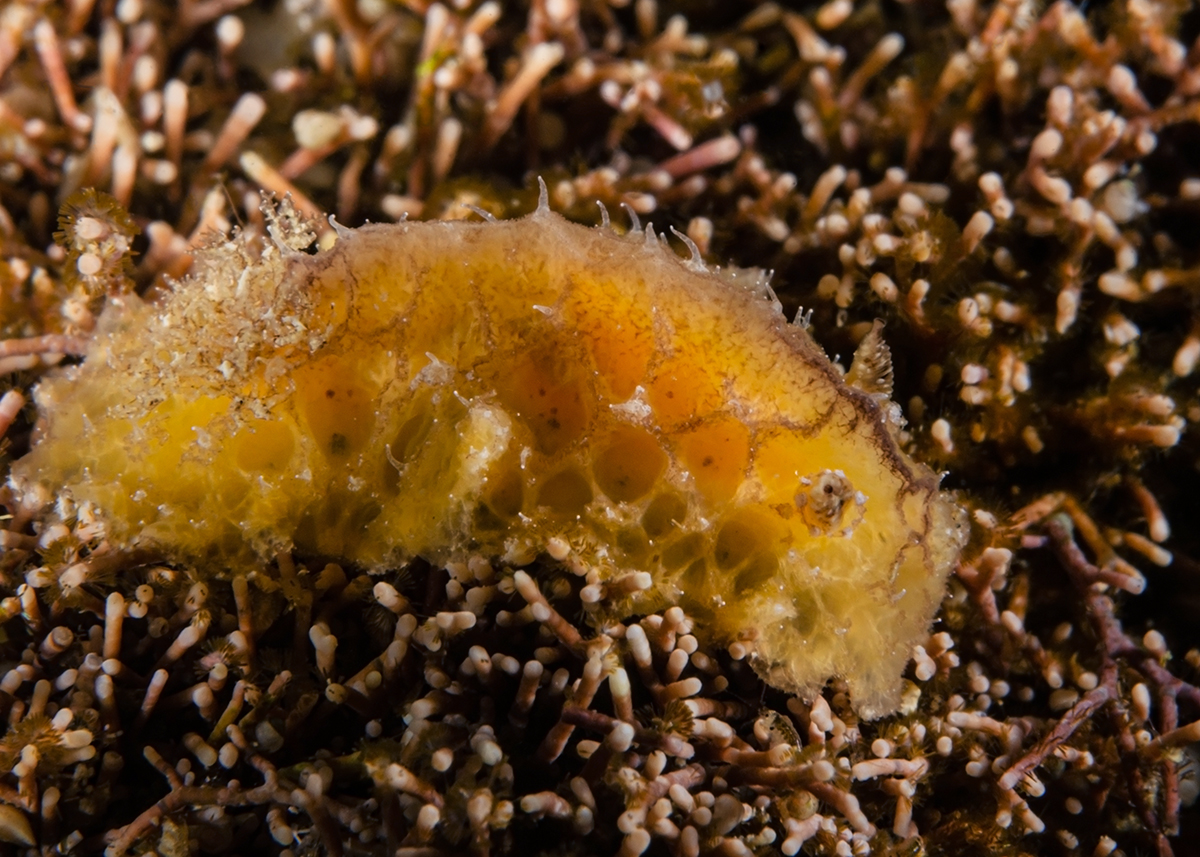
Sclerodoris sp.
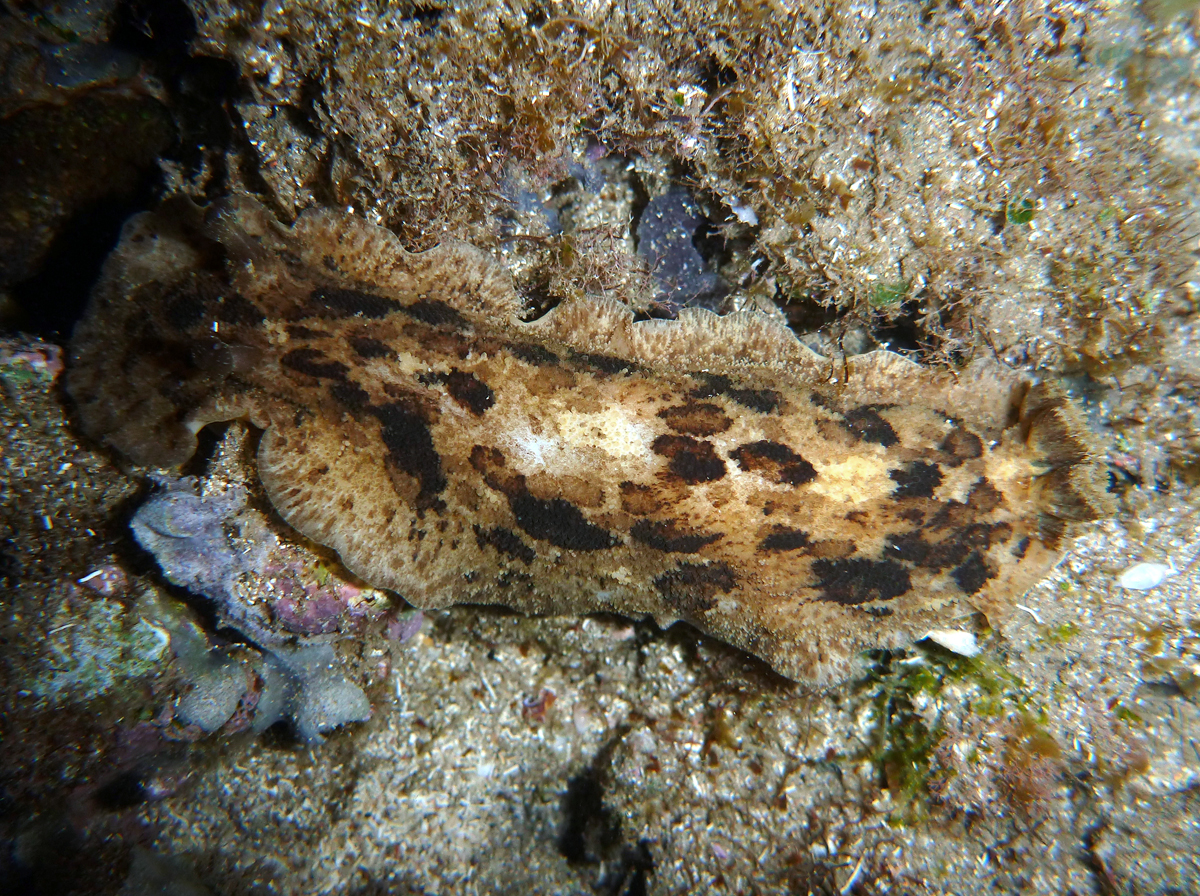
Sebadoris fragilis
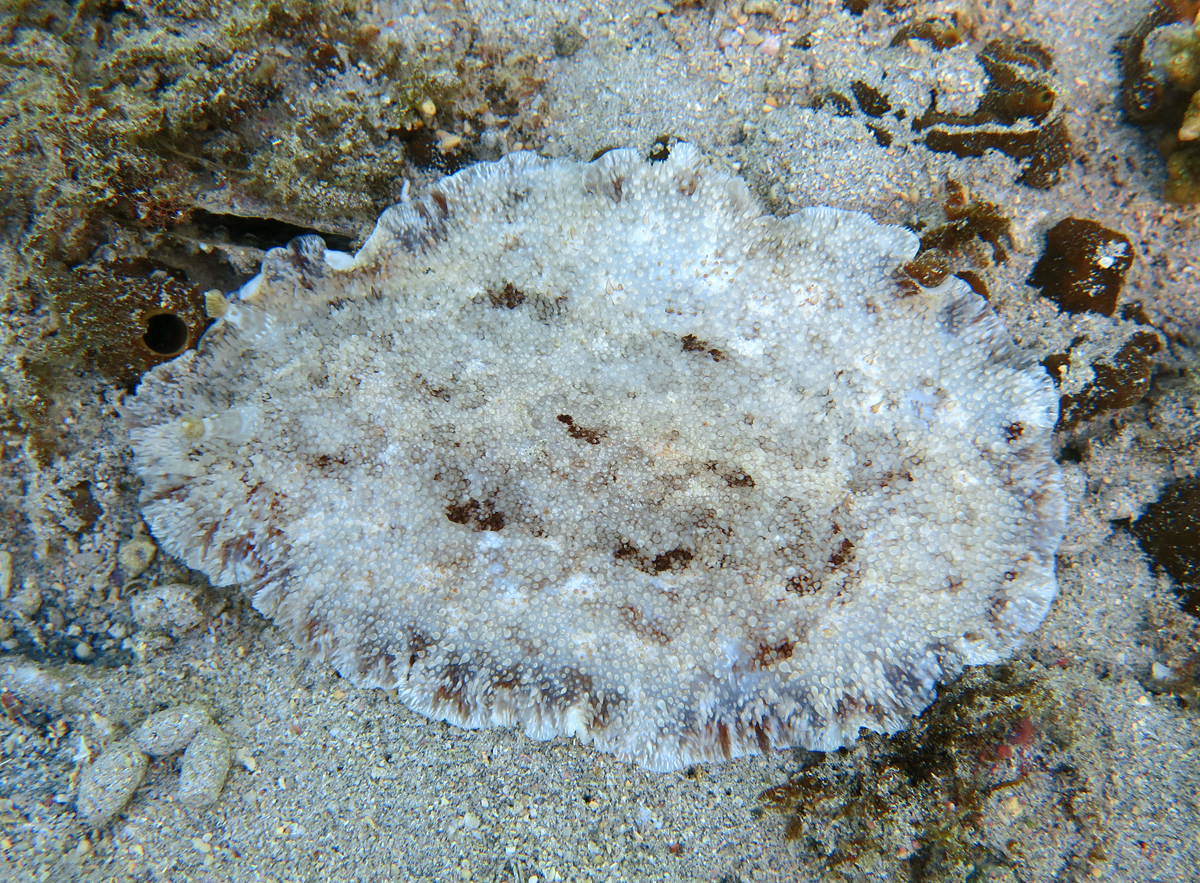
Doris à papilles (Sebadoris nubilosa)
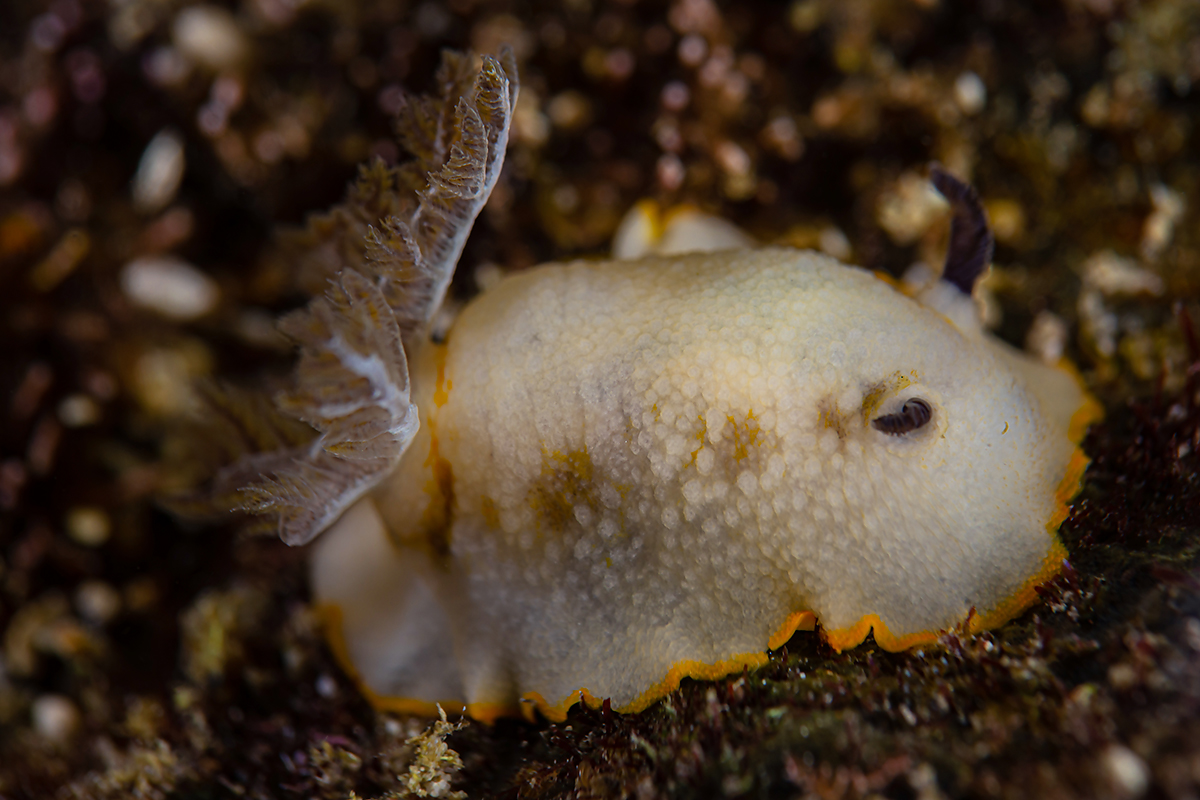
Taringa sublutea
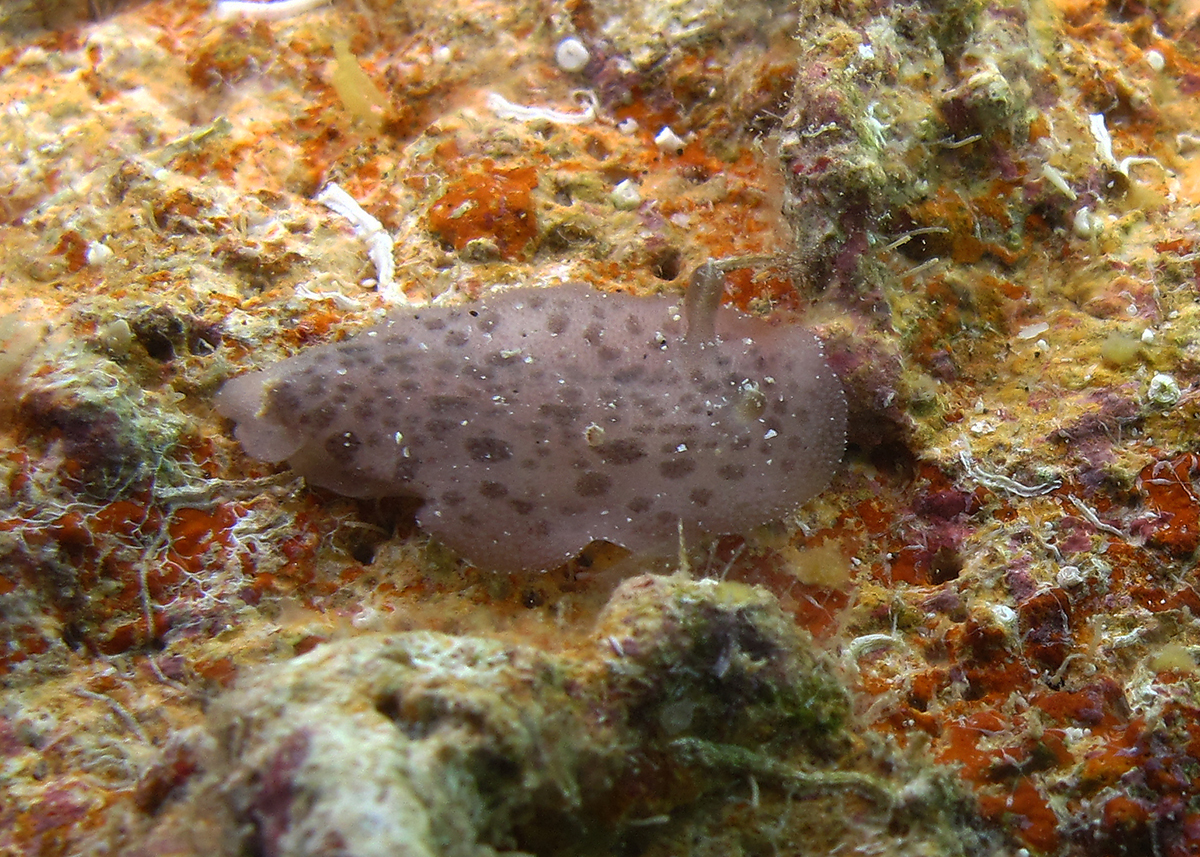
Tayuva lilacina
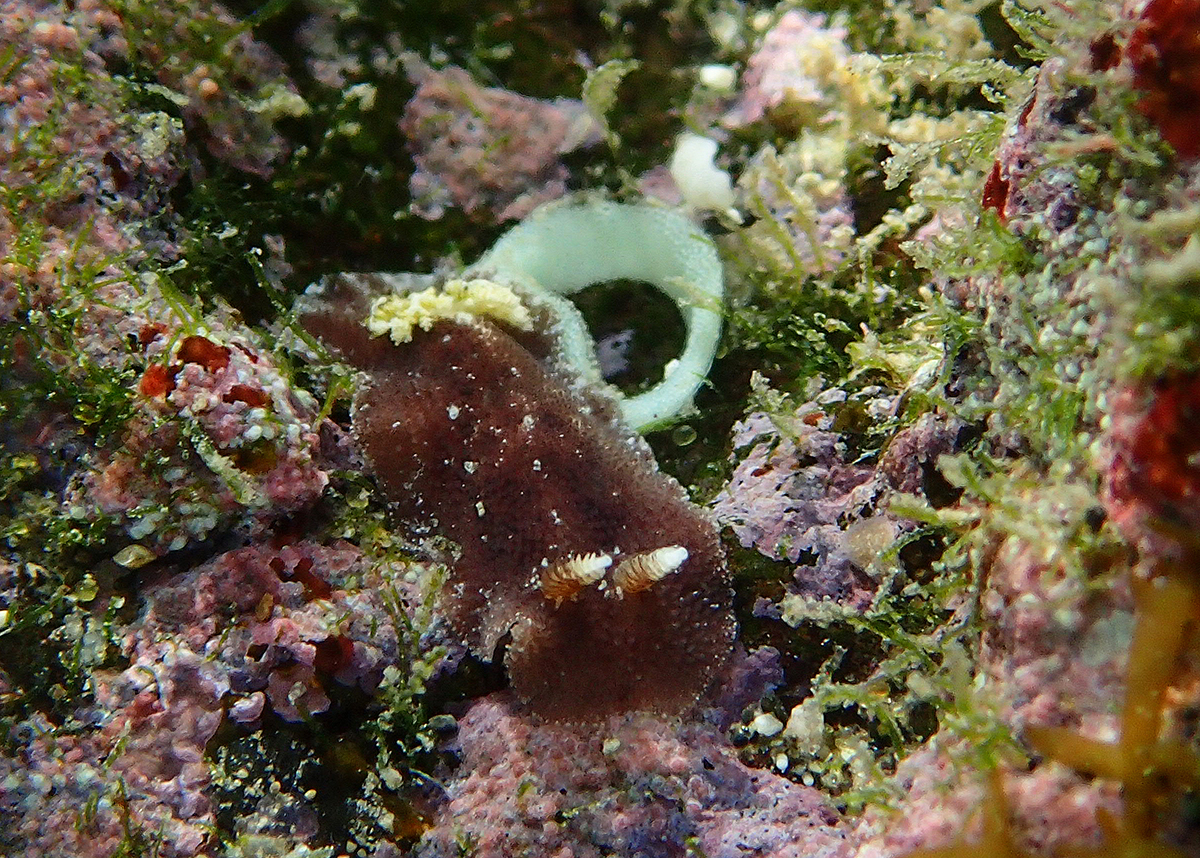
Thordisa sp. 2
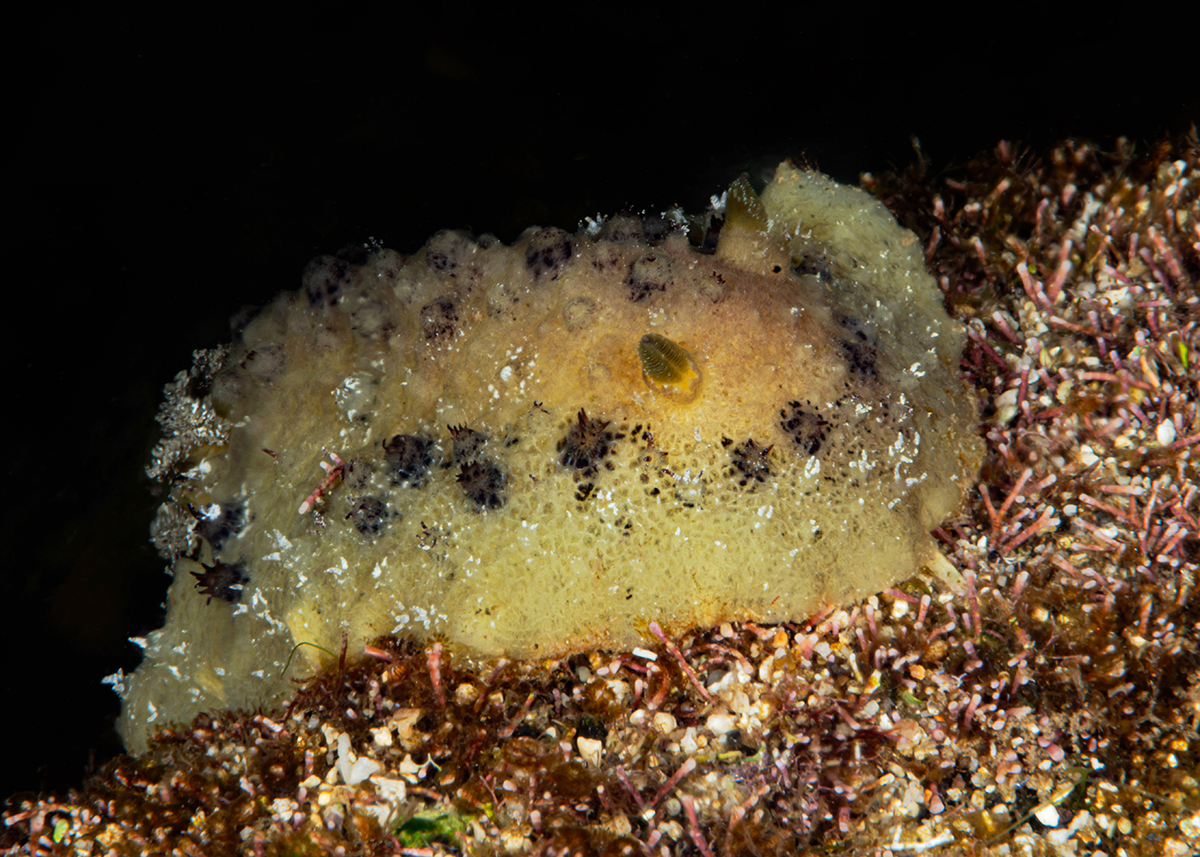
Thordisa sp.
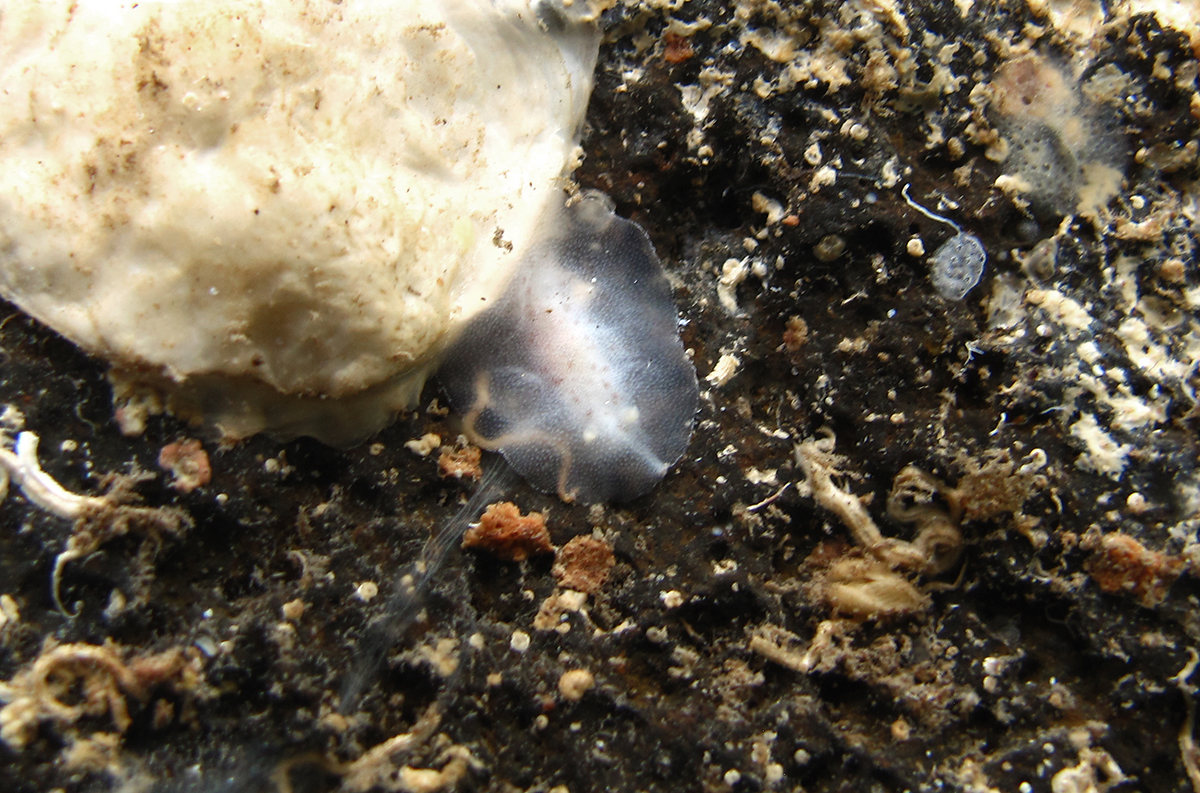
Caryophyllidia sp. 1
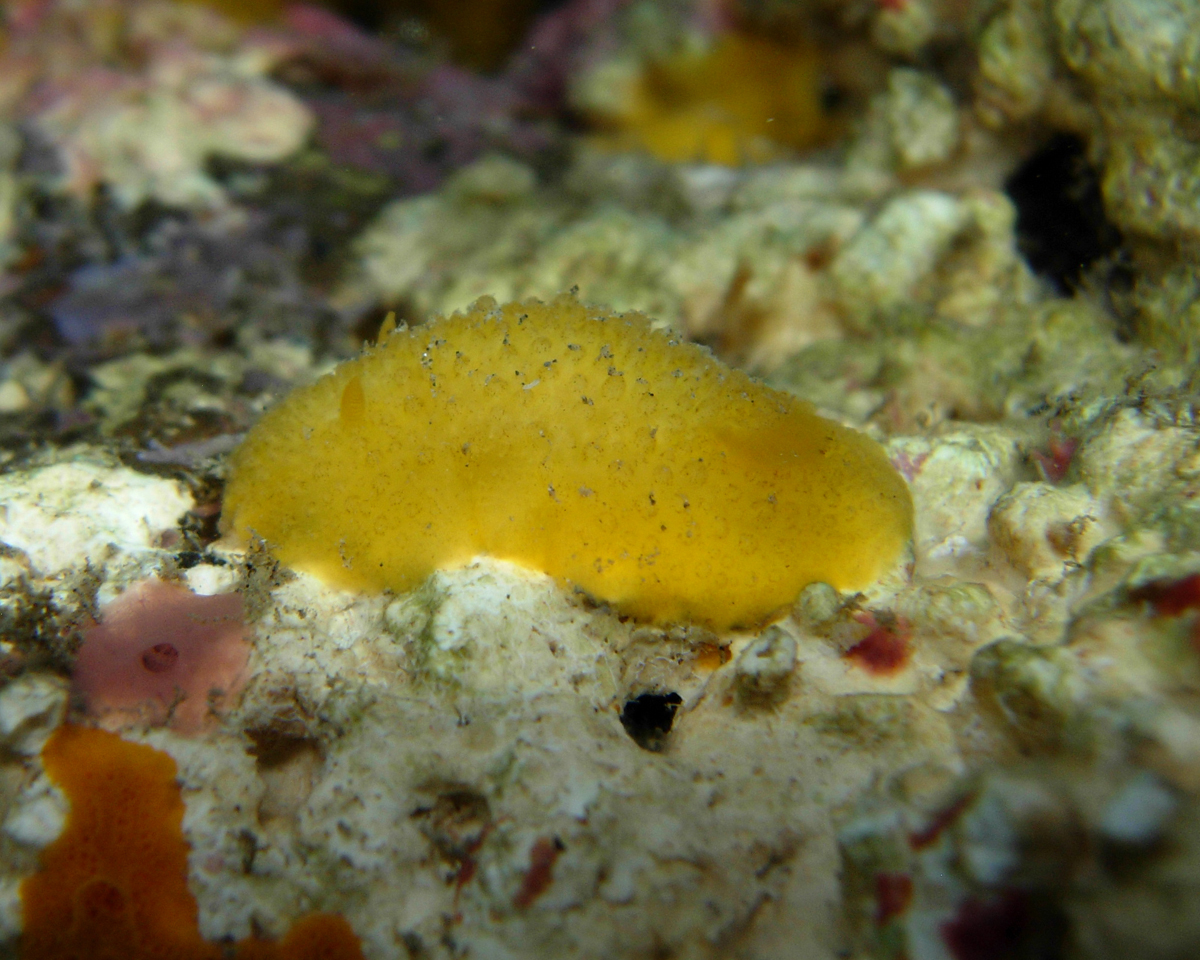
Doris granulosa
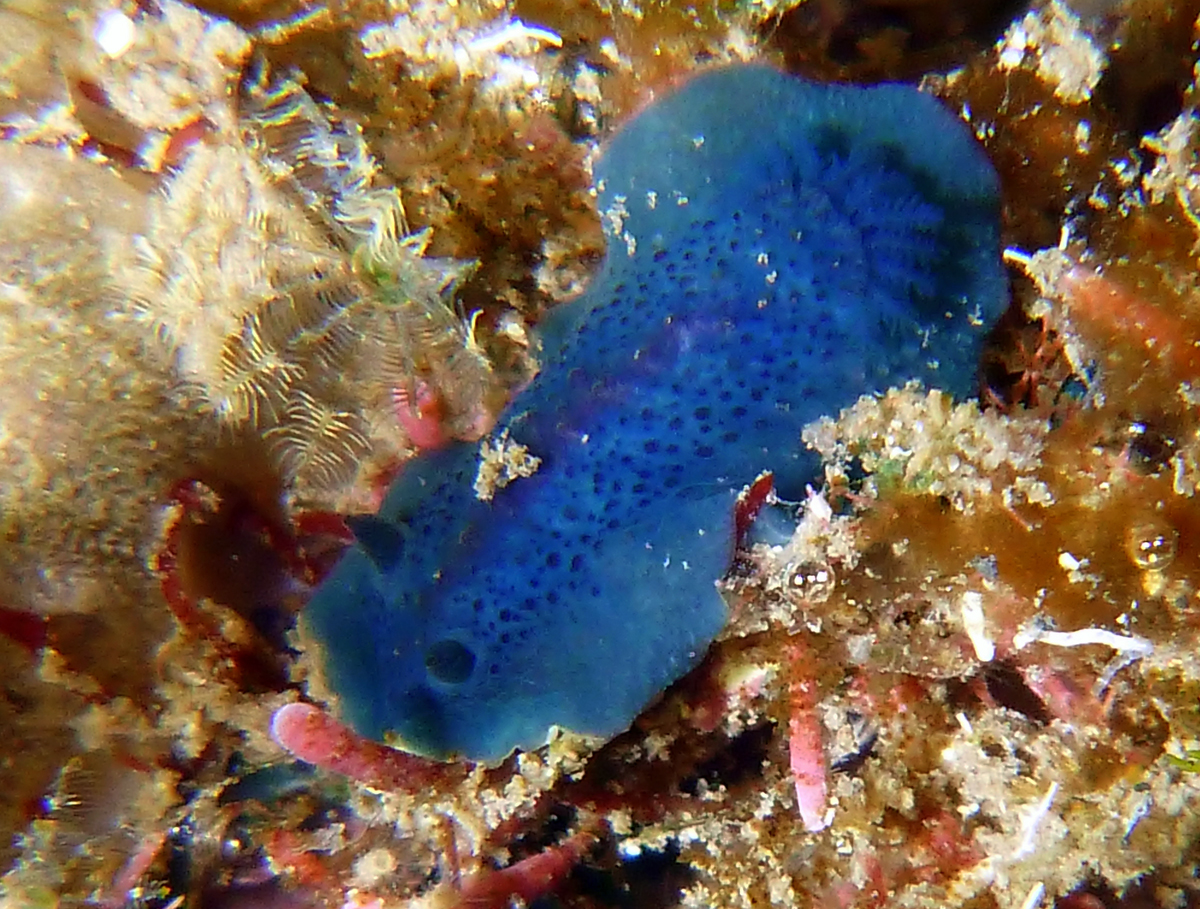
Doriopsis cf. pecten?
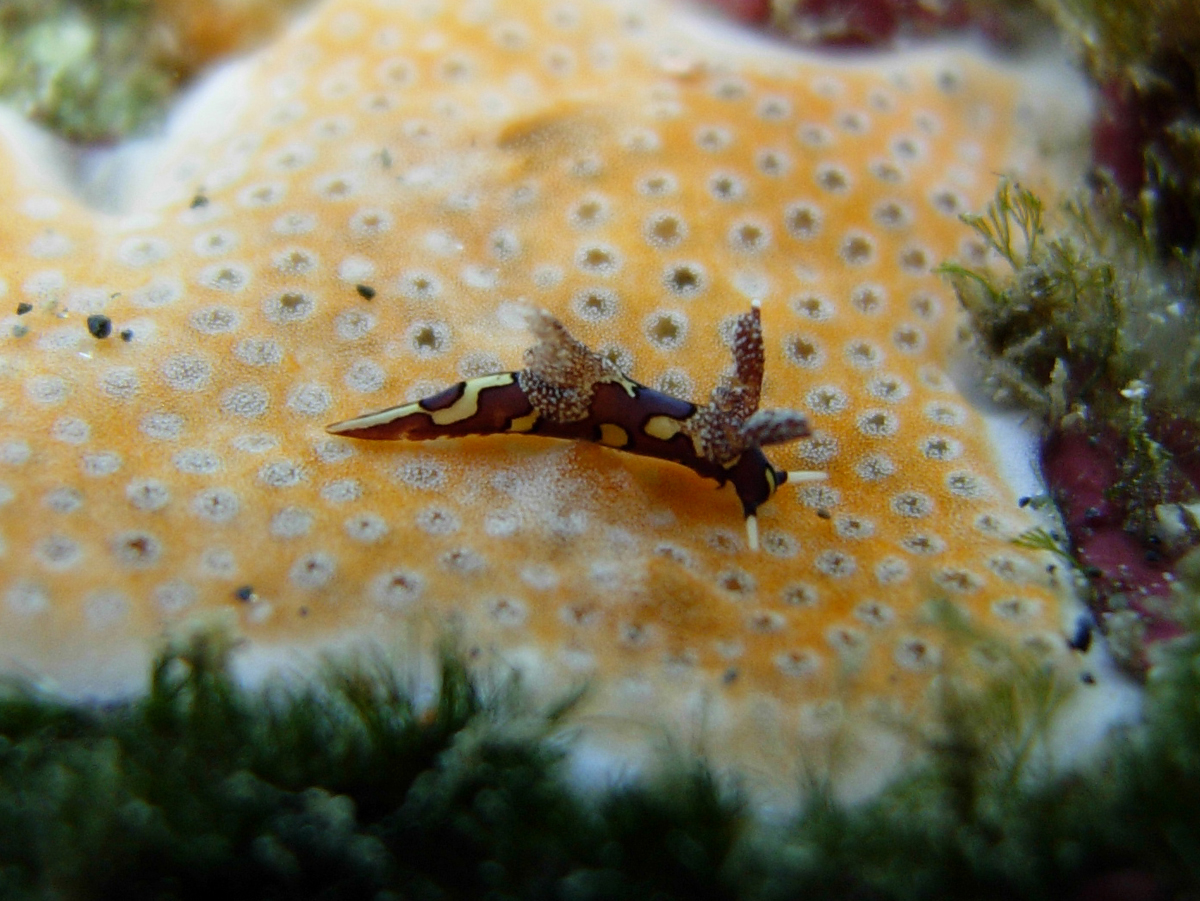
Trapania sp. 1
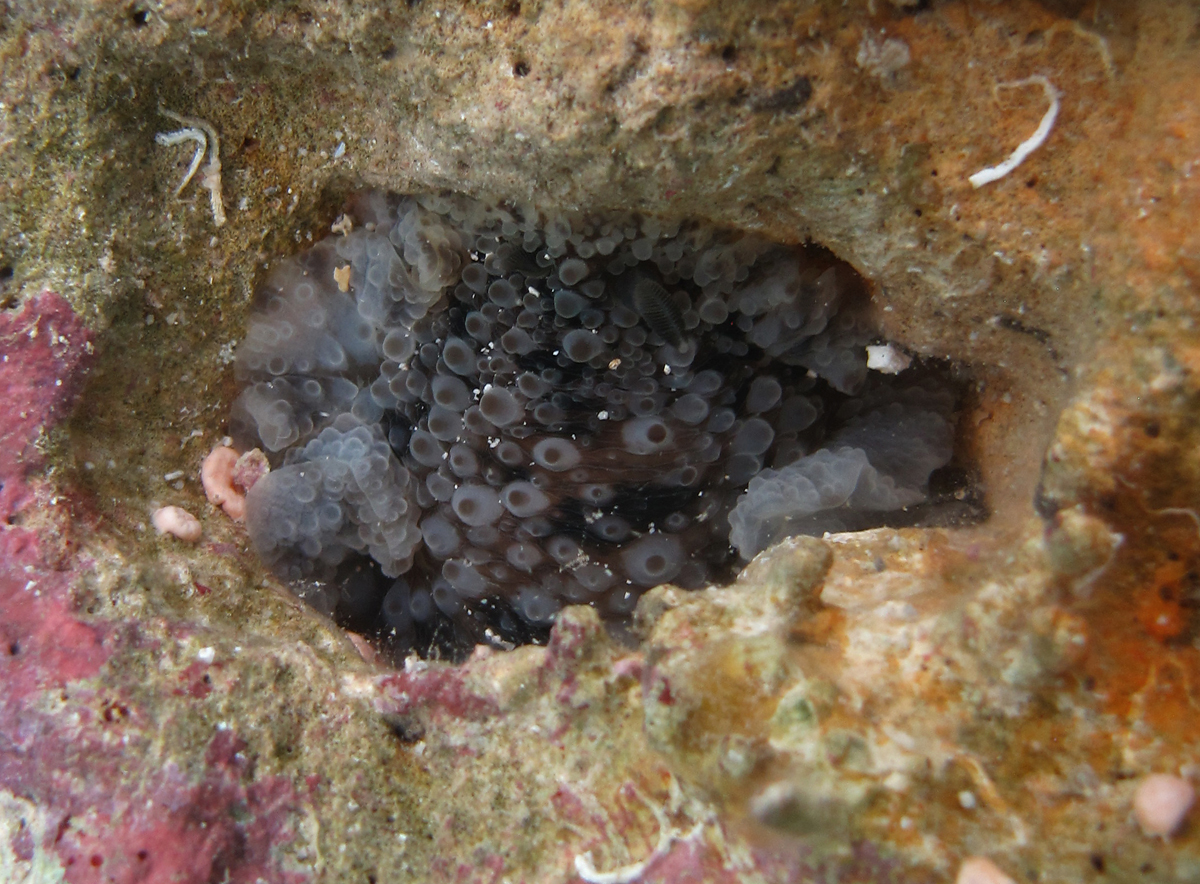
Dendrodoris albopurpura
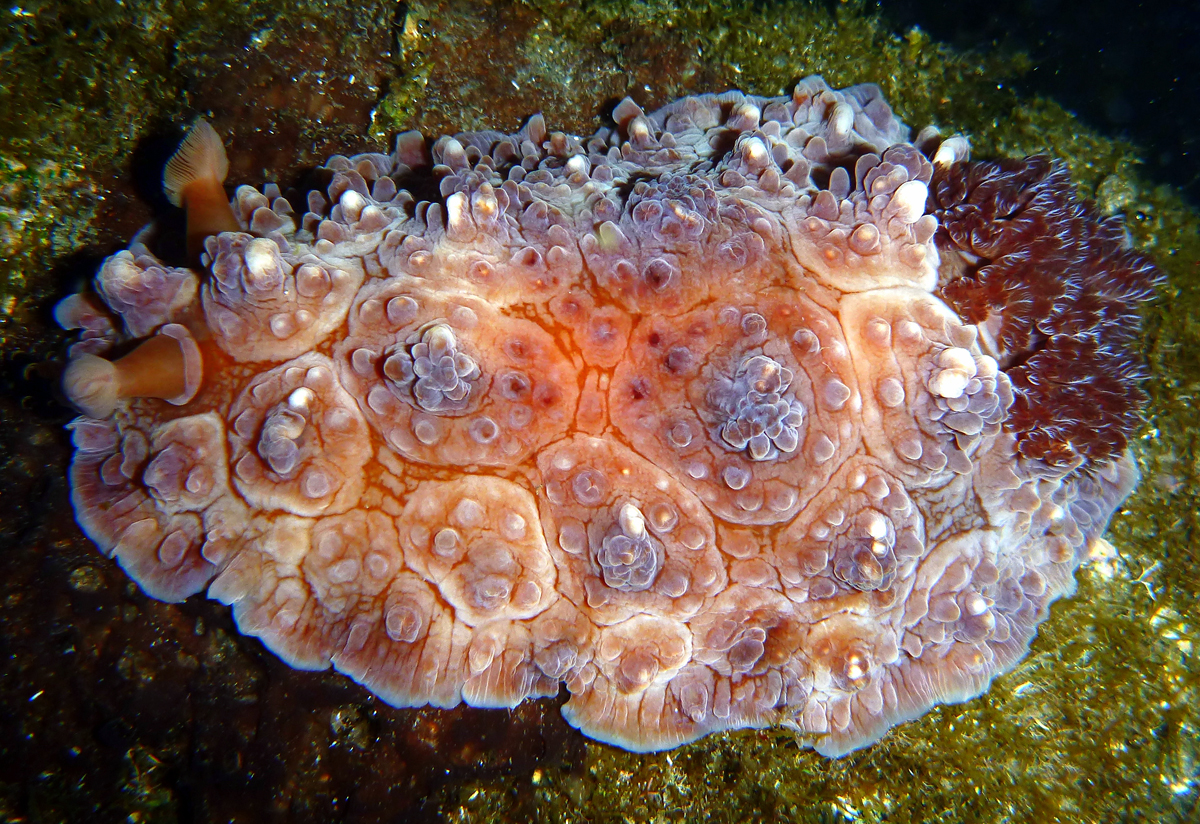
Dendrodoris carbunculosa
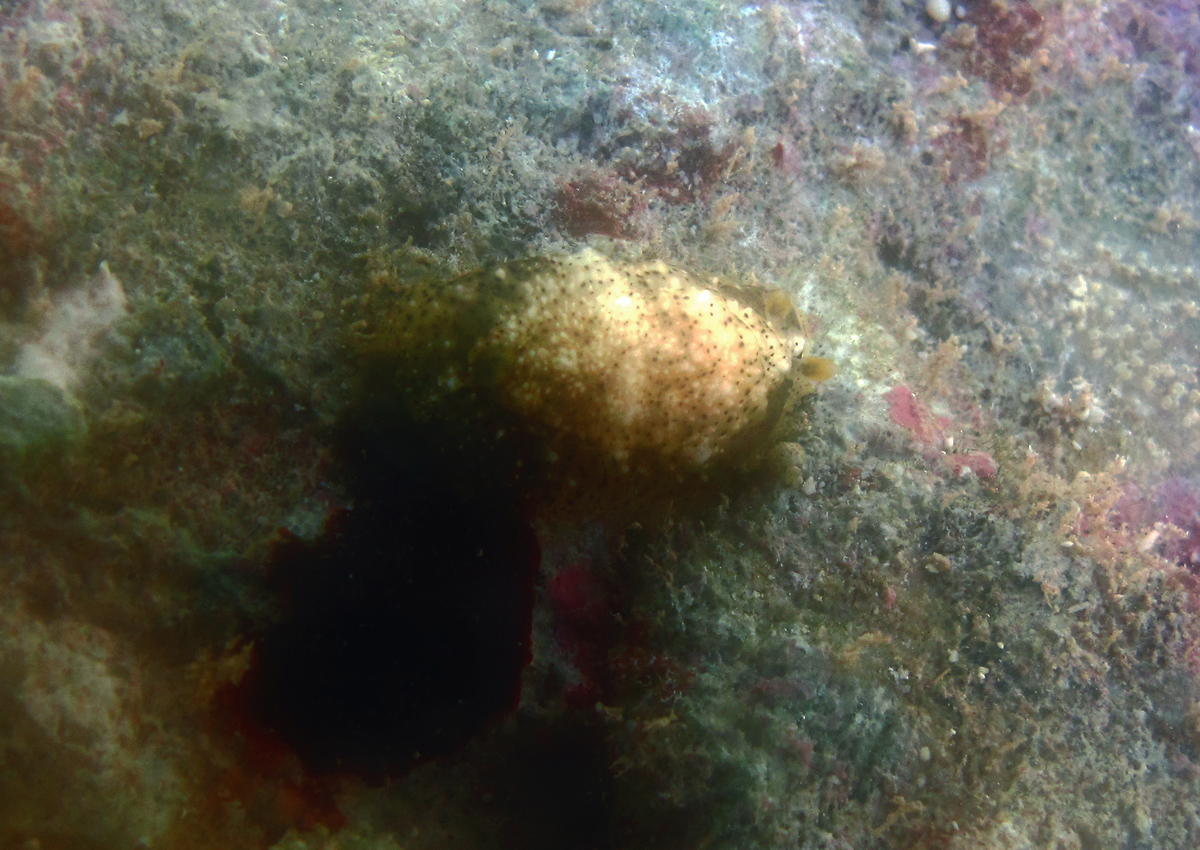
Dendrodoris coronata
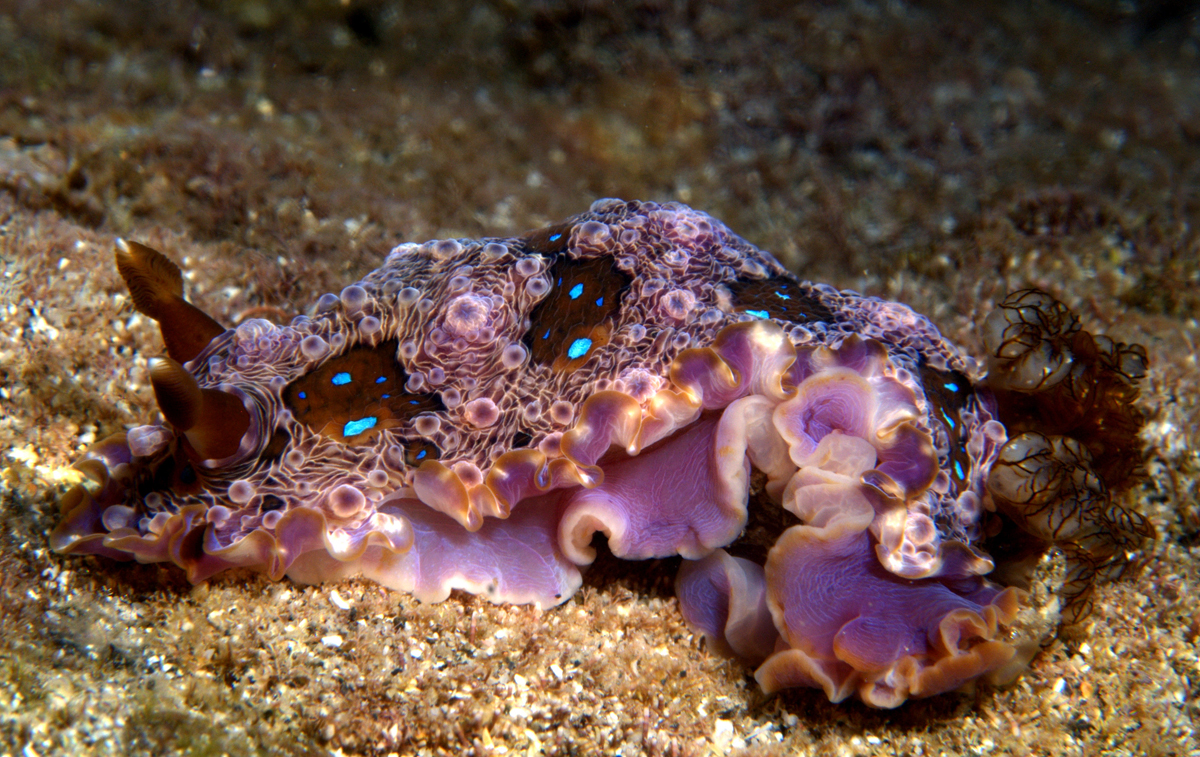
Dendrodoris krusensternii
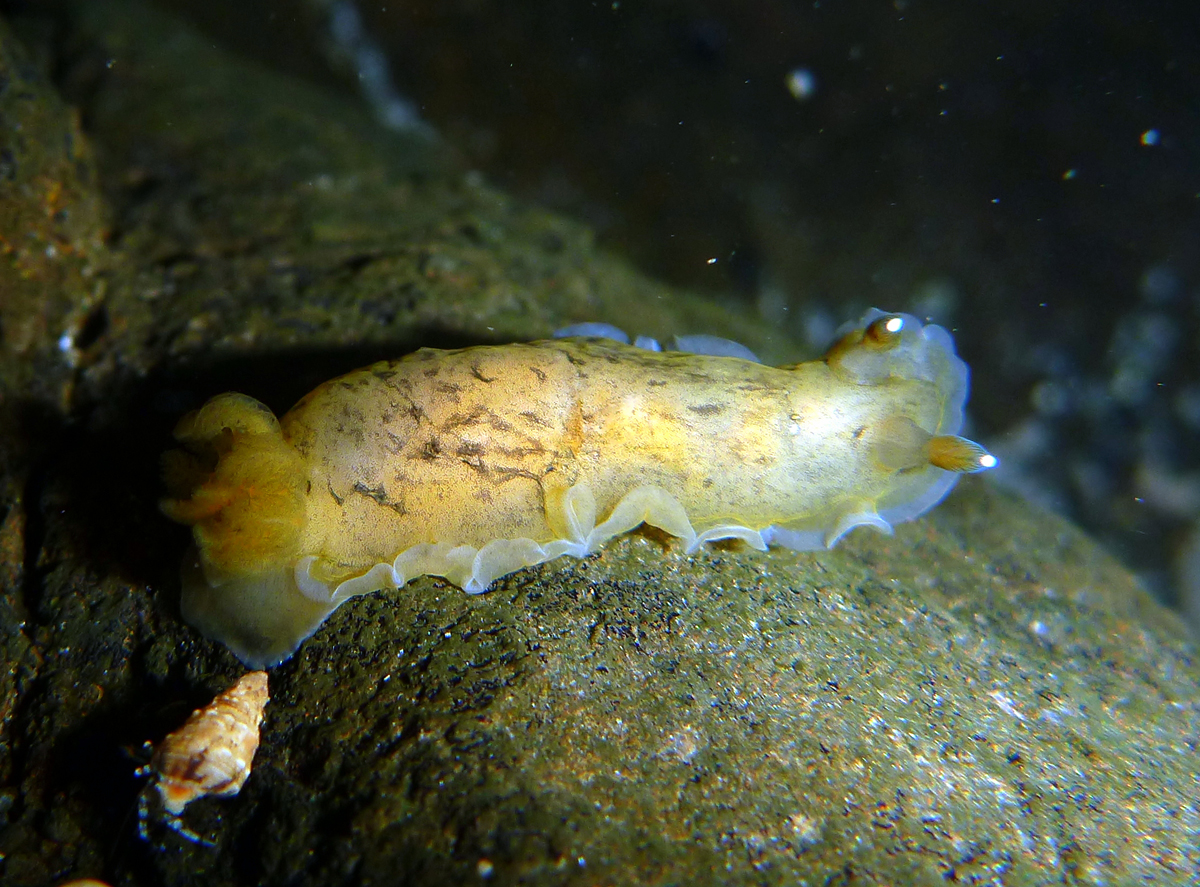
Dendrodoris nigra
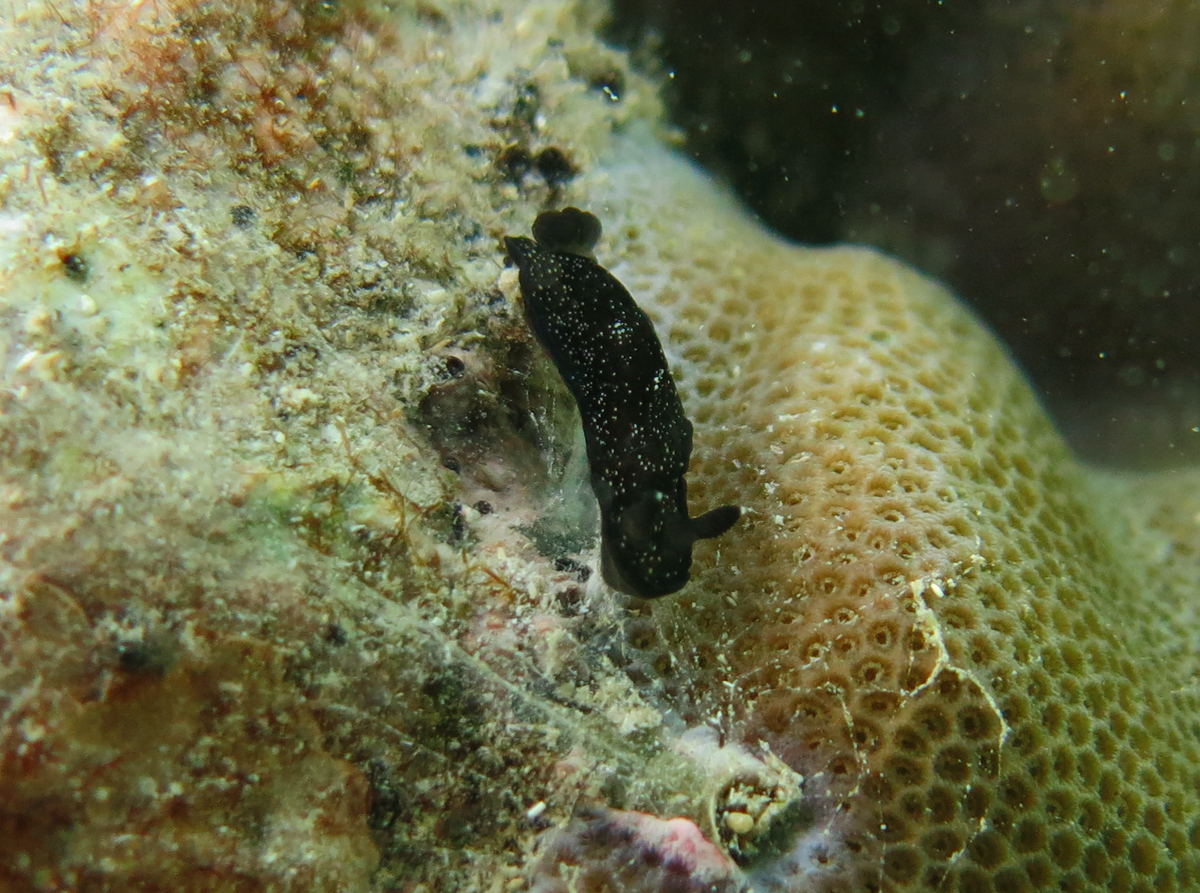
Dendrodoris nigra (forme noire)
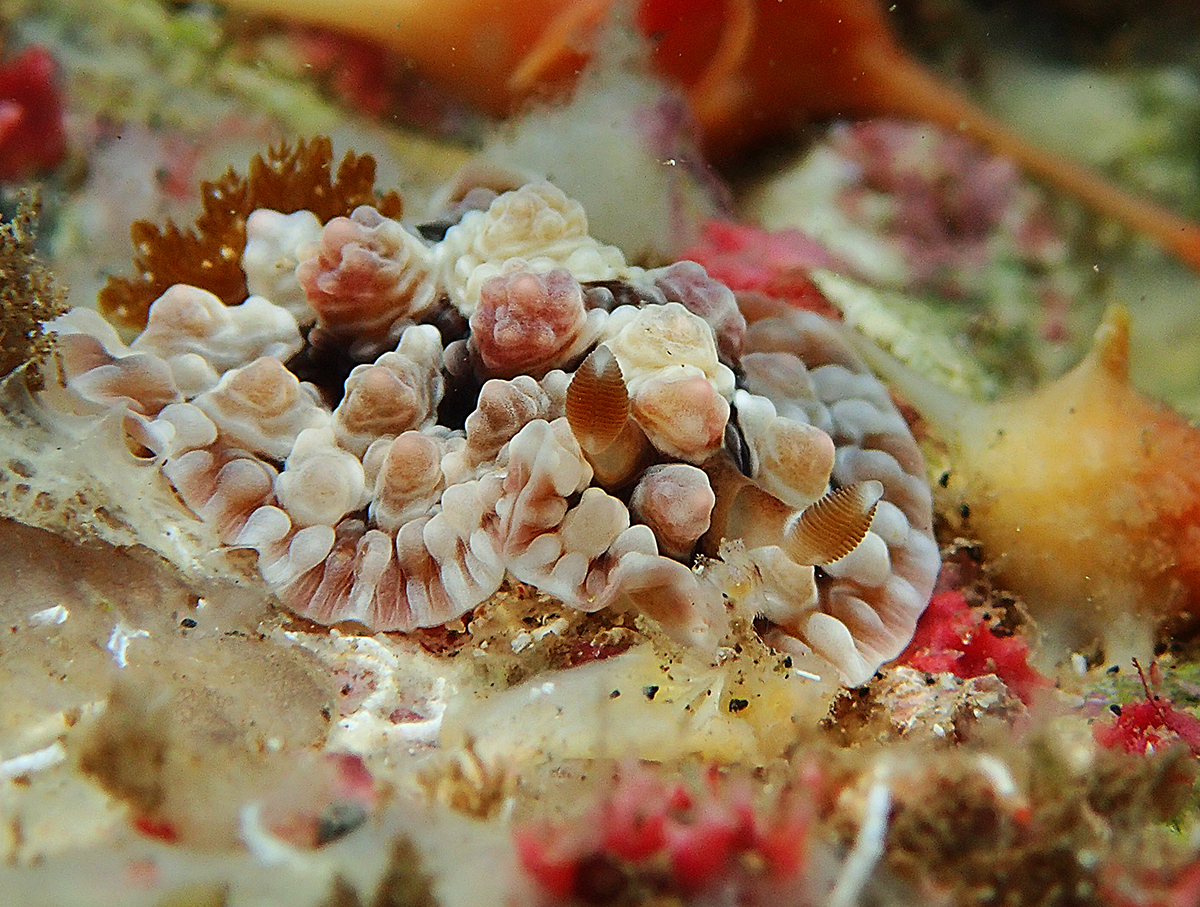
Dendrodoris tuberculosa subadulte
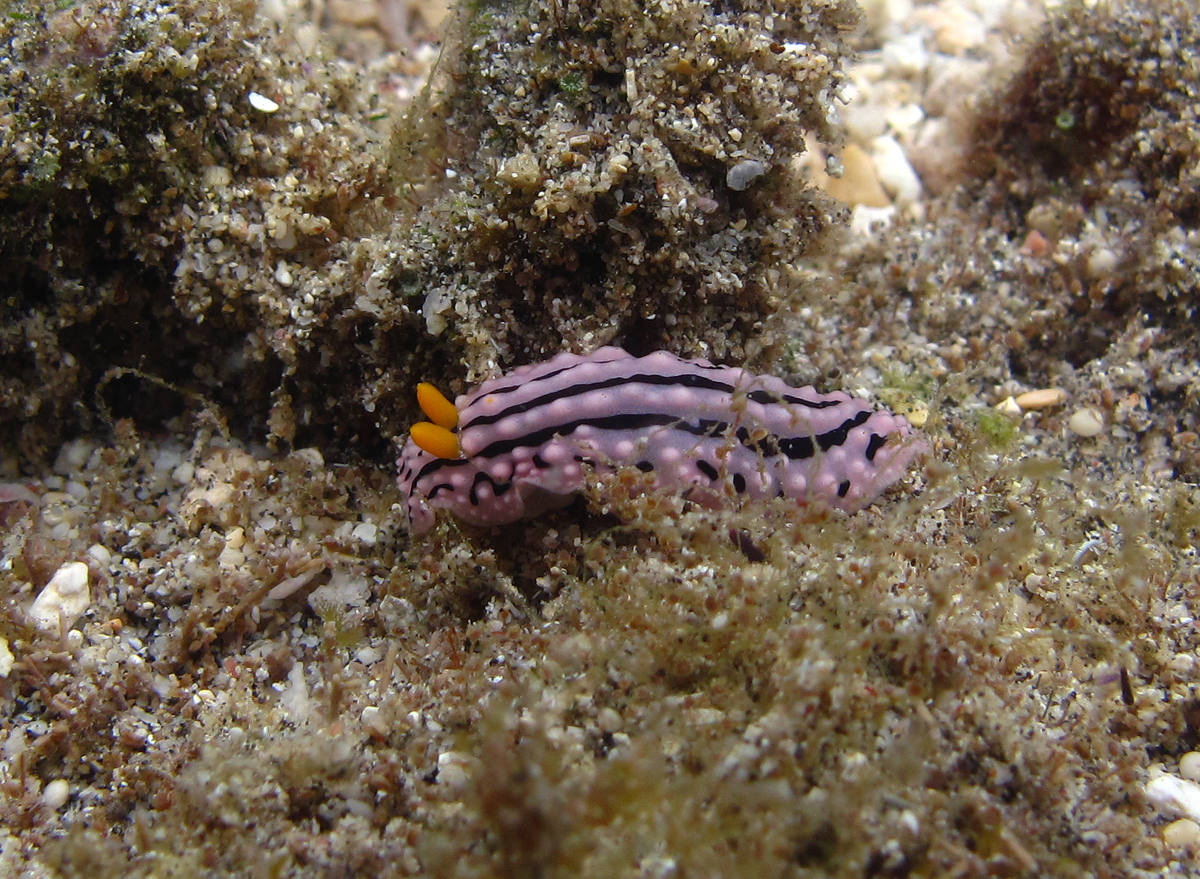
Phyllidie à lignes continues (Phyllidia alyta)
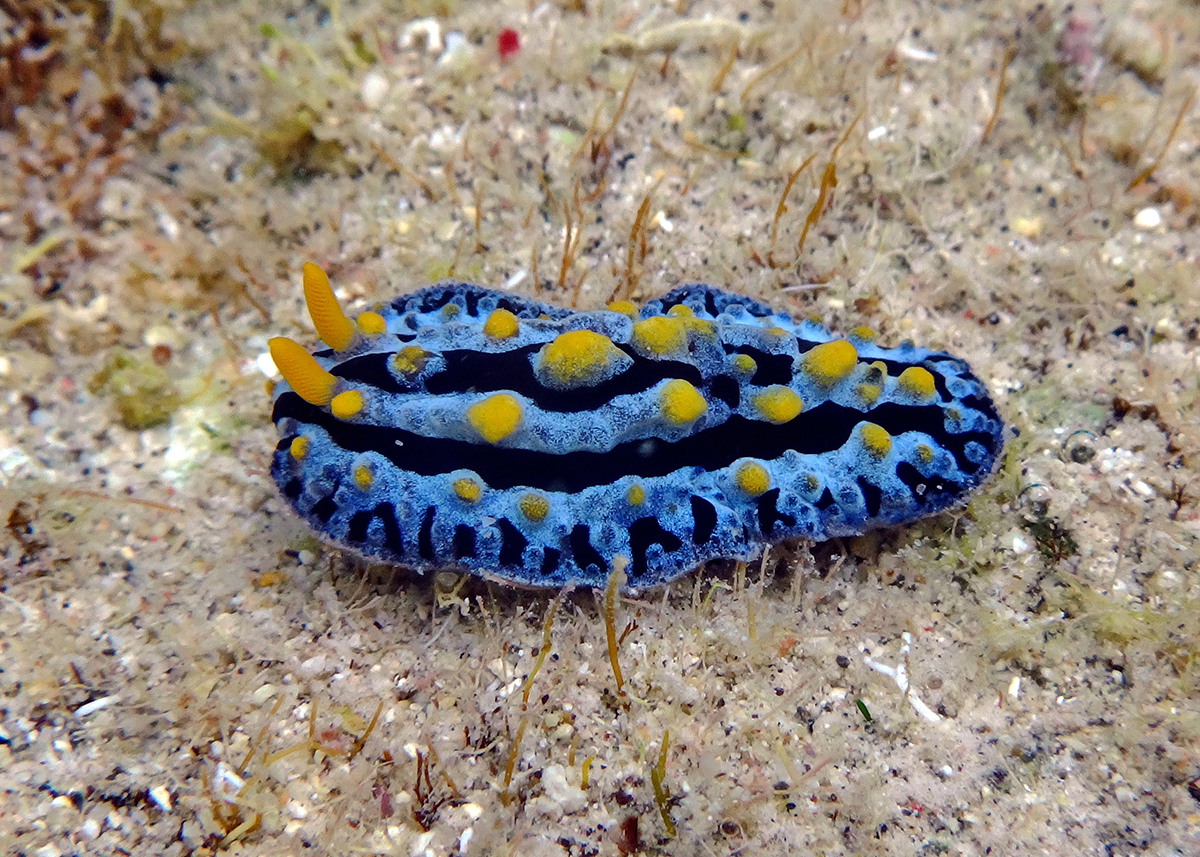
Phyllidia coelestis
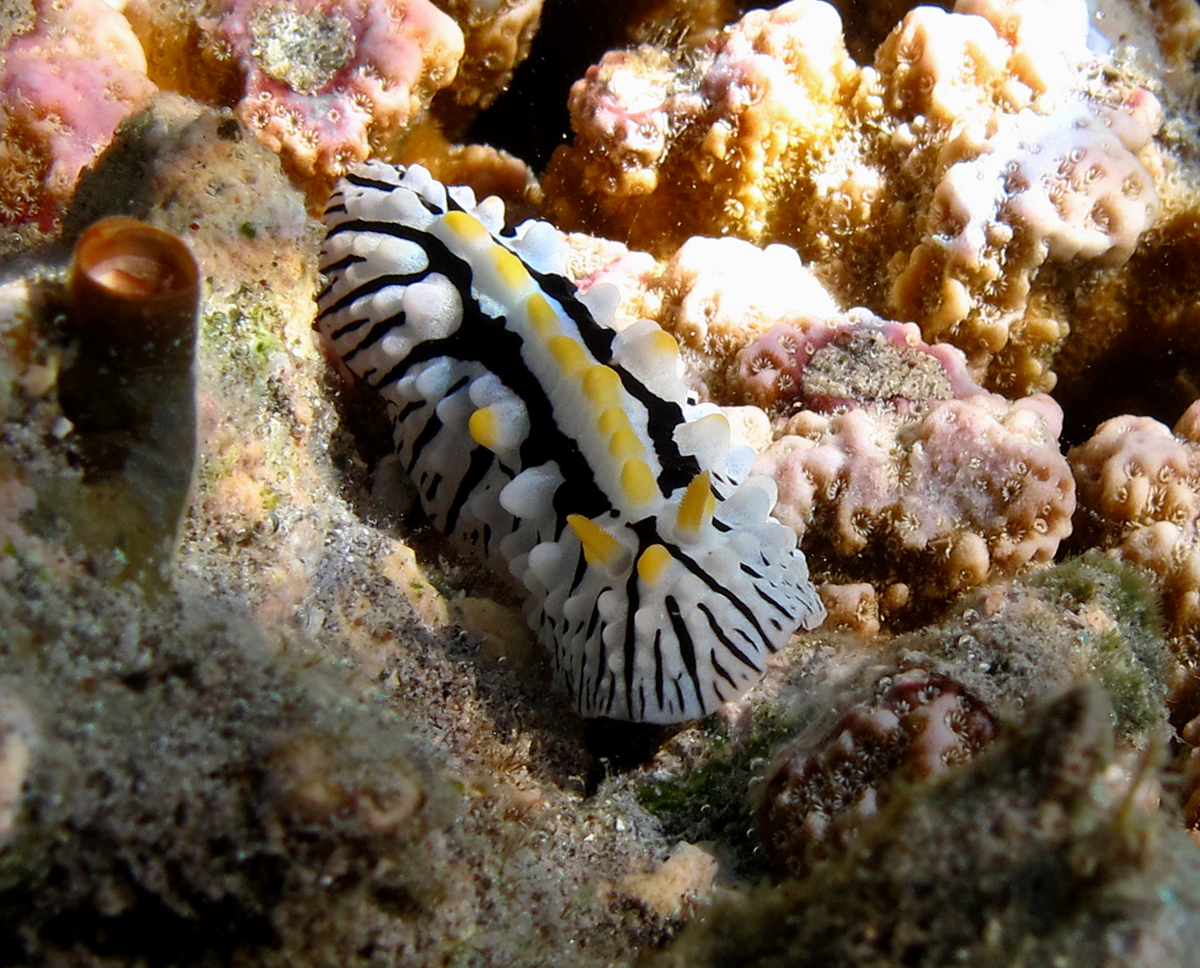
Phyllidie indienne (Phyllidia marindica)
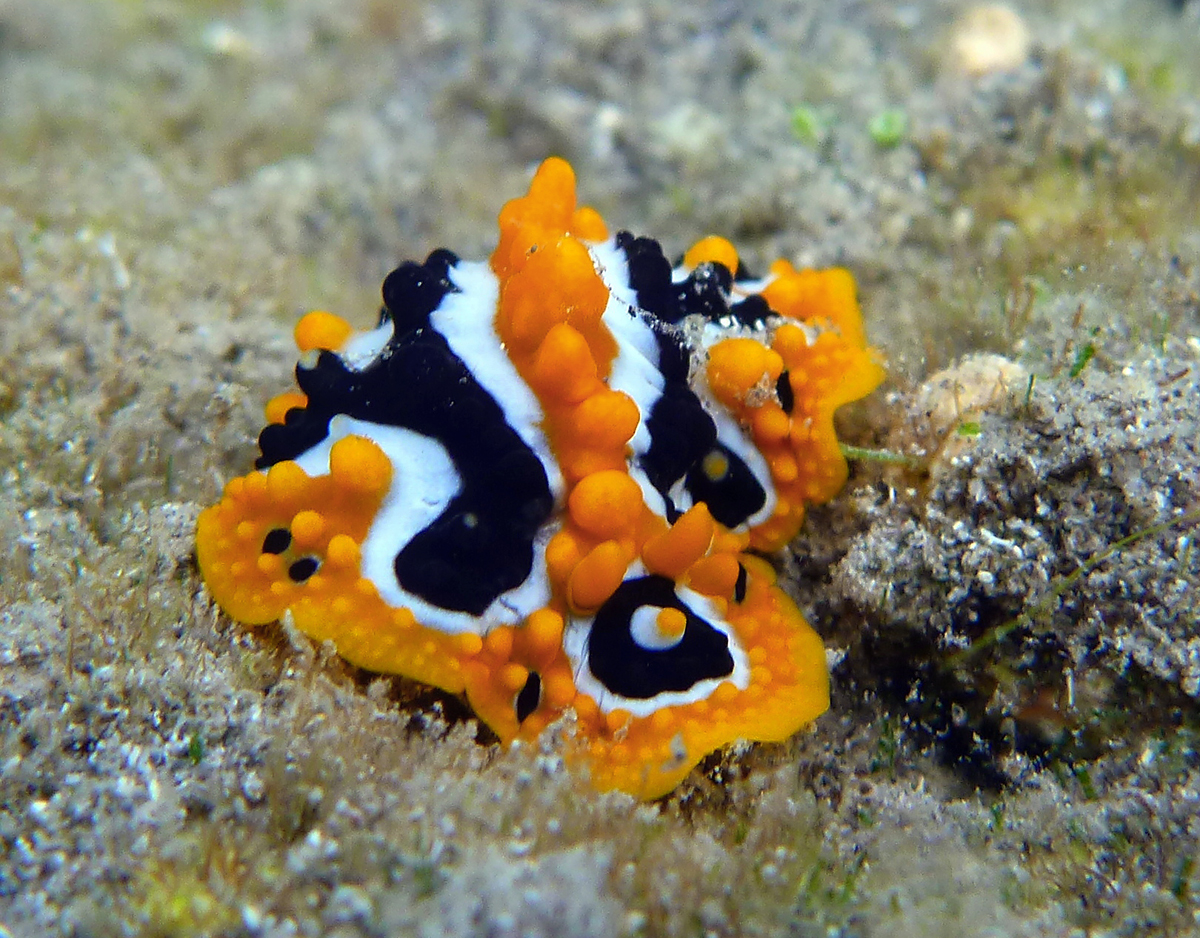
Une phyllidie ocellée (Phyllidia ocellata)
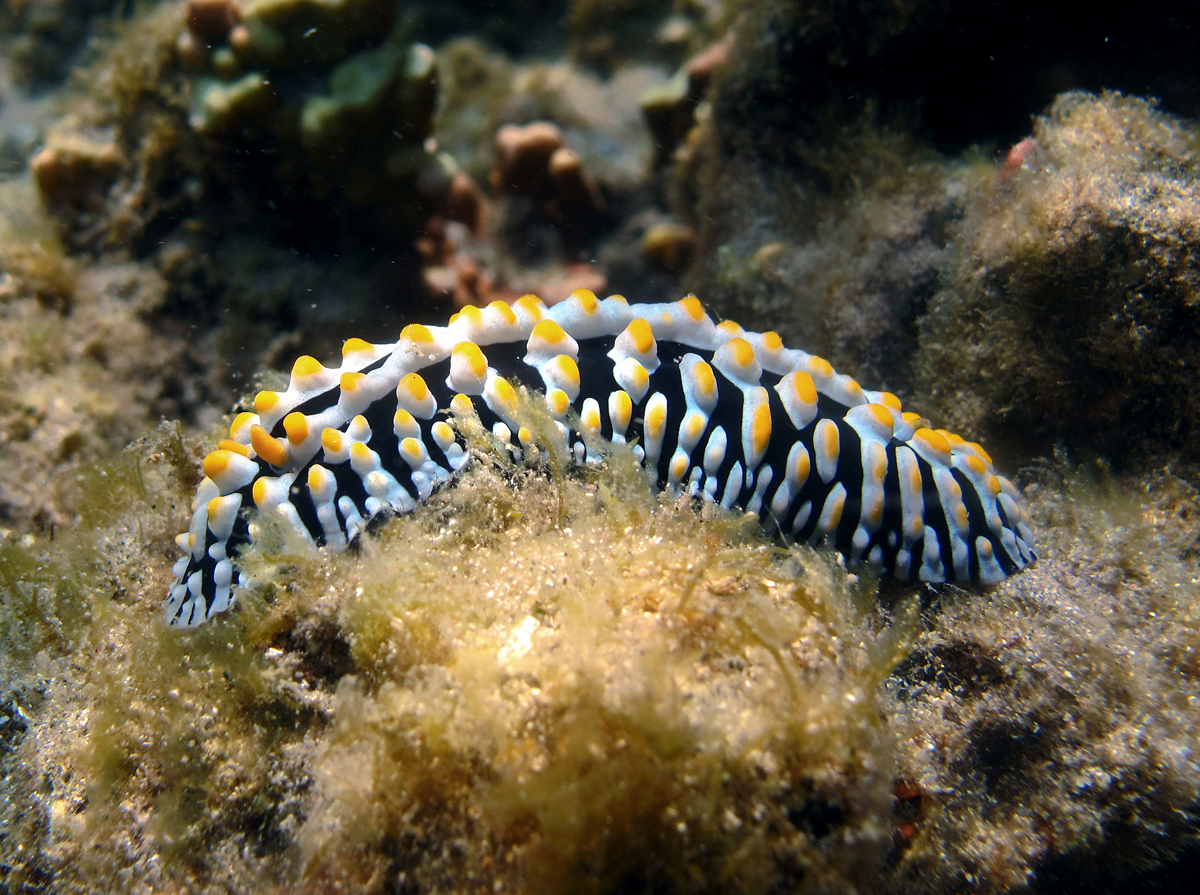
Phyllidie verruqueuse (Phyllidia varicosa)
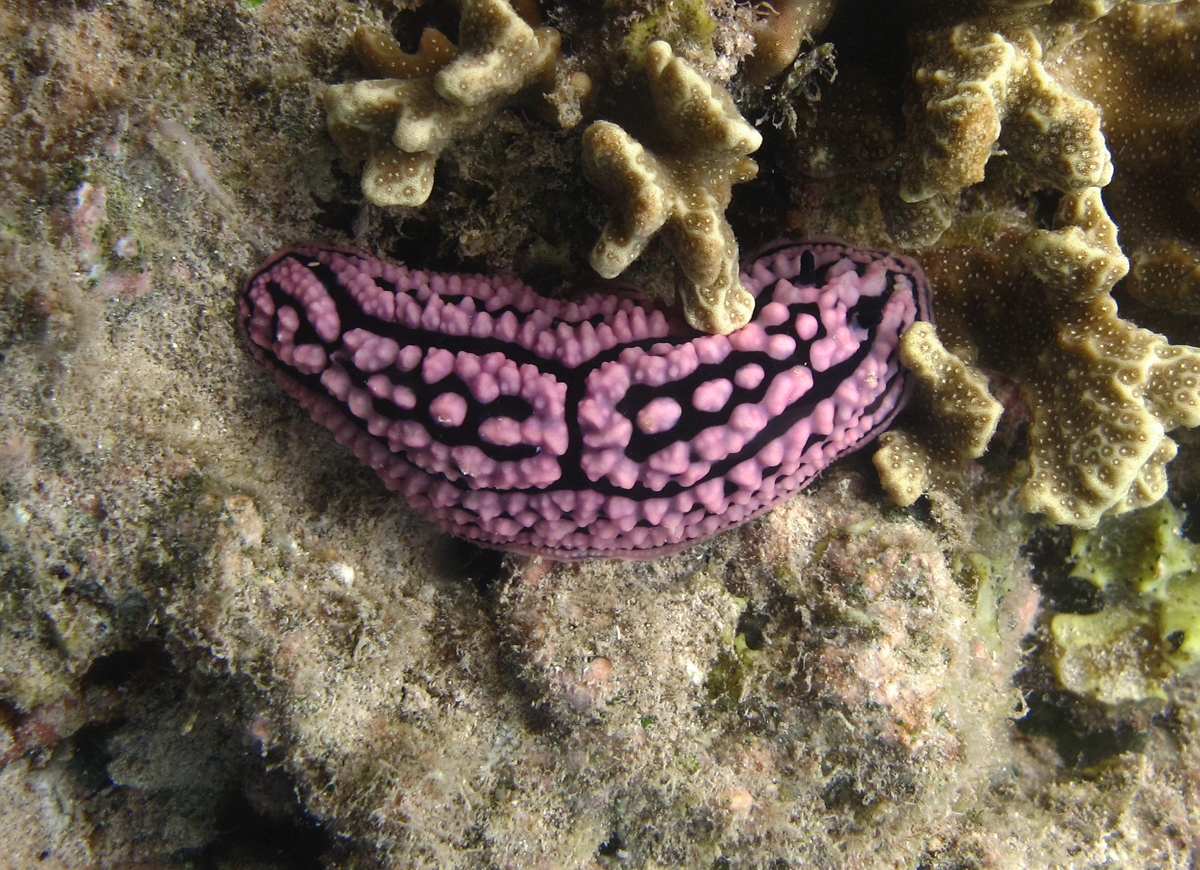
Phyllidie méandreuse (Phyllidiella meandrina)
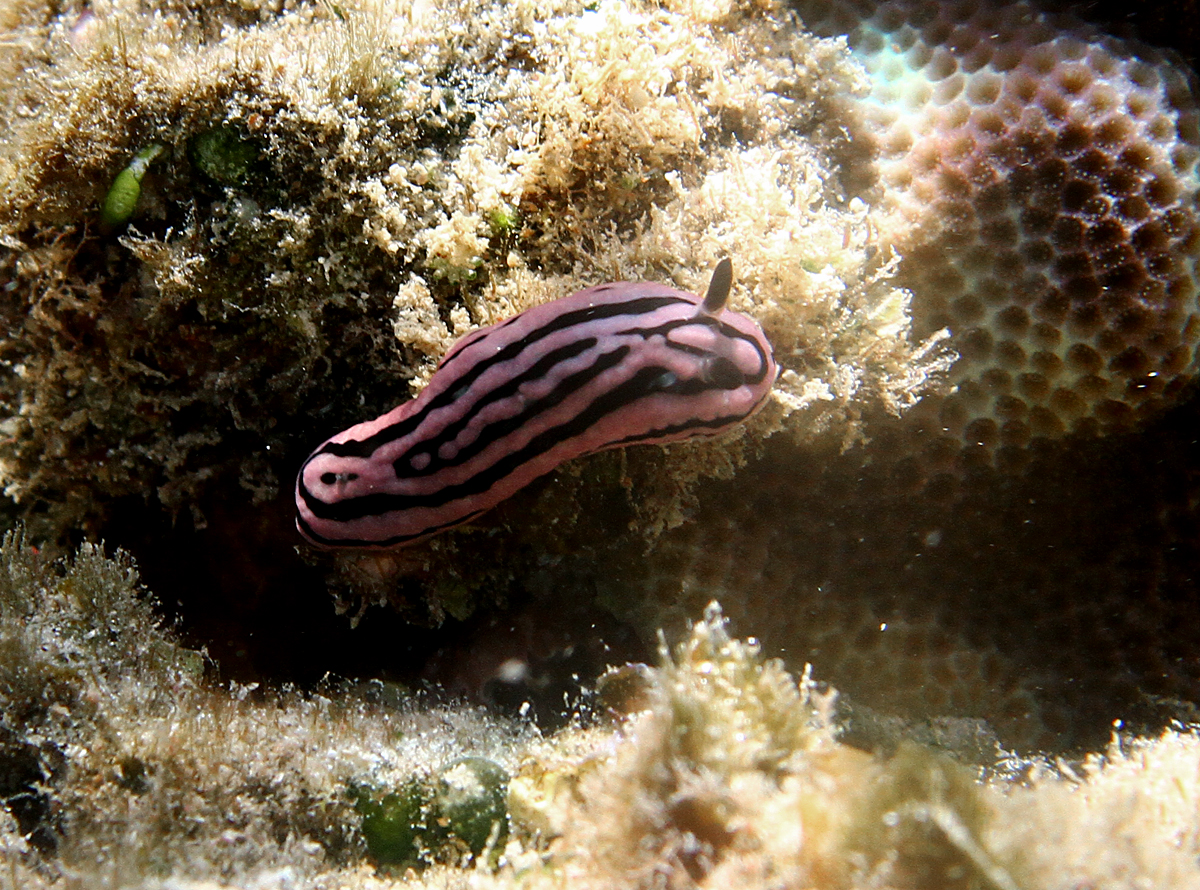
Phyllidie rose (Phyllidiella rosans)
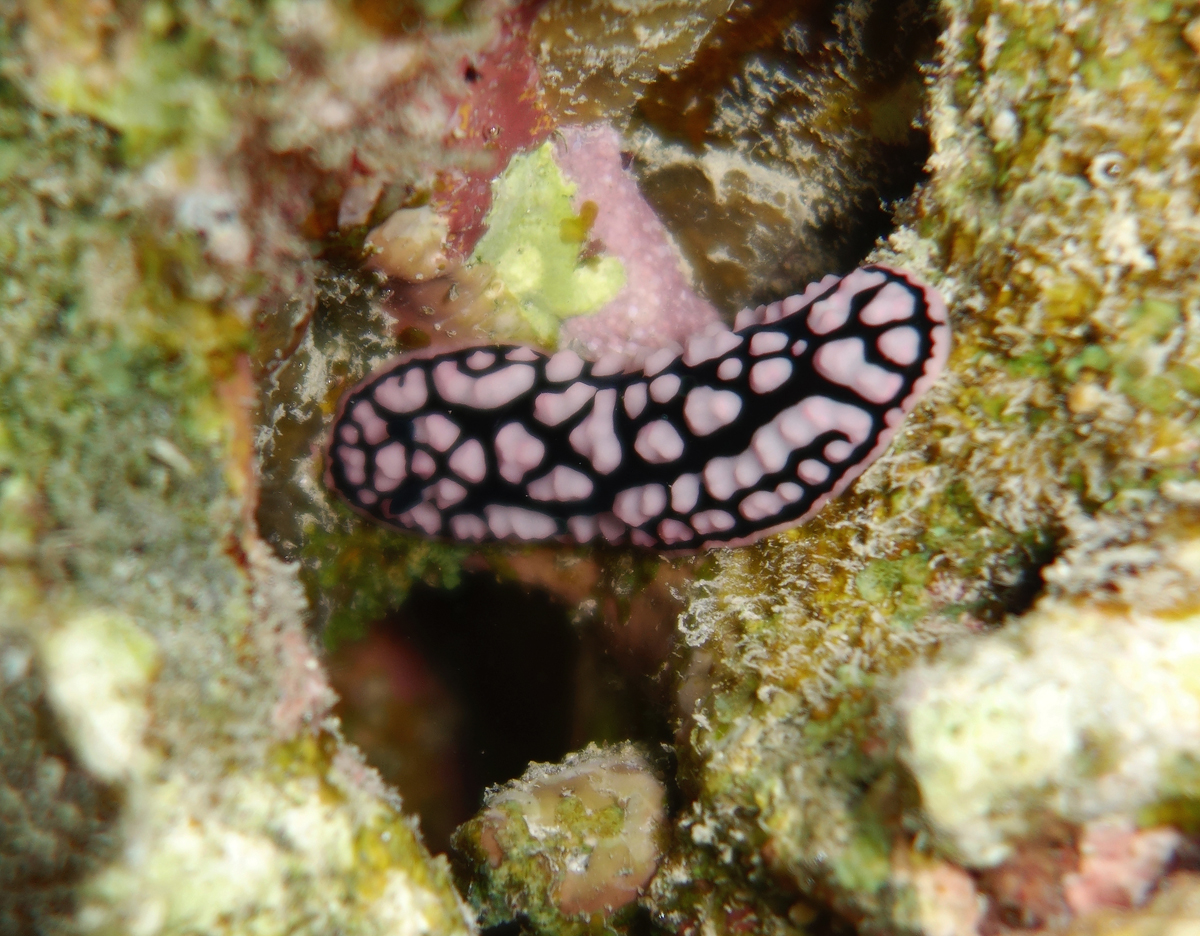
Phyllidiella sp. (peut-être une P. meandrina atypique)
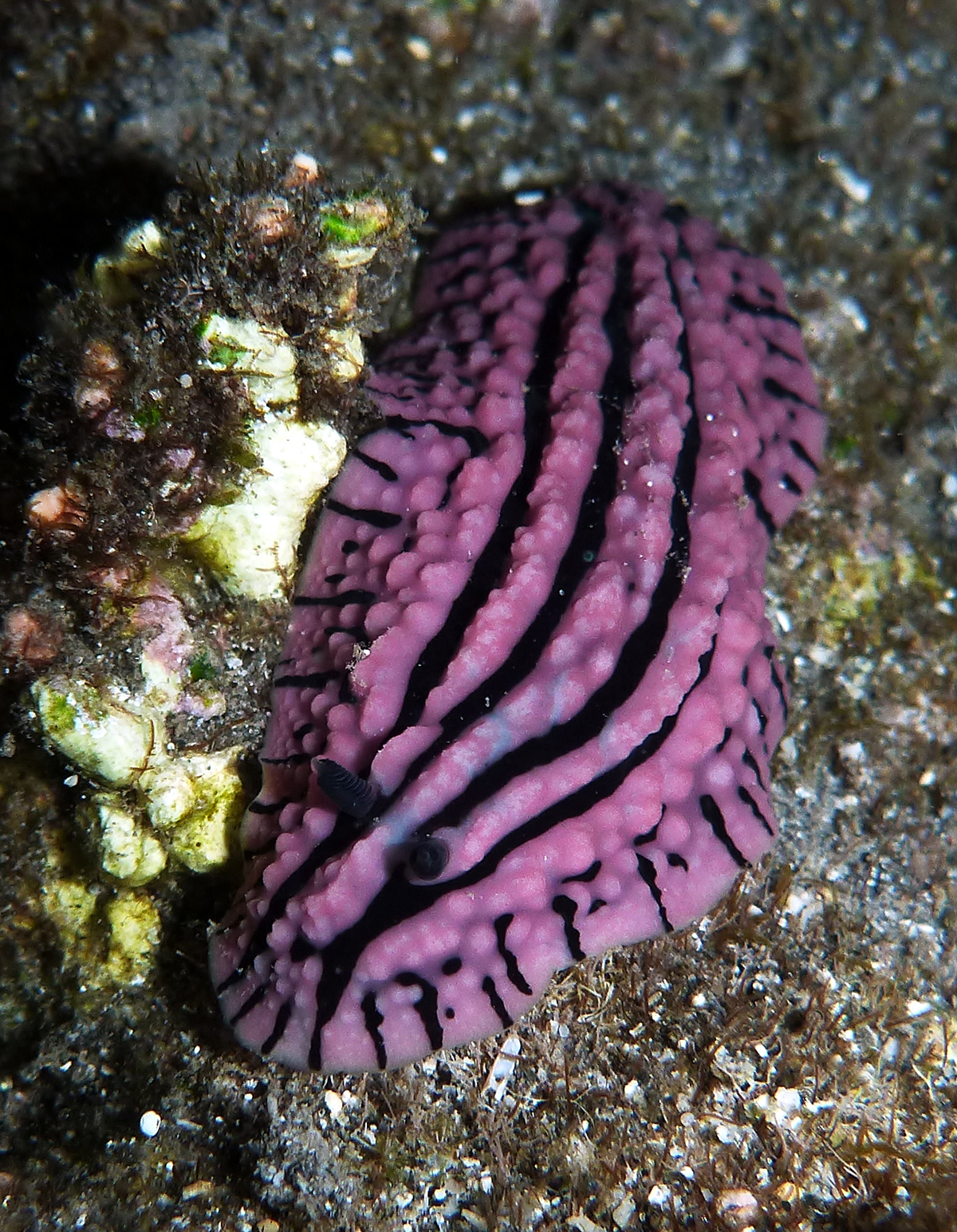
Un nudibranche Phyllidiopsis gemmata
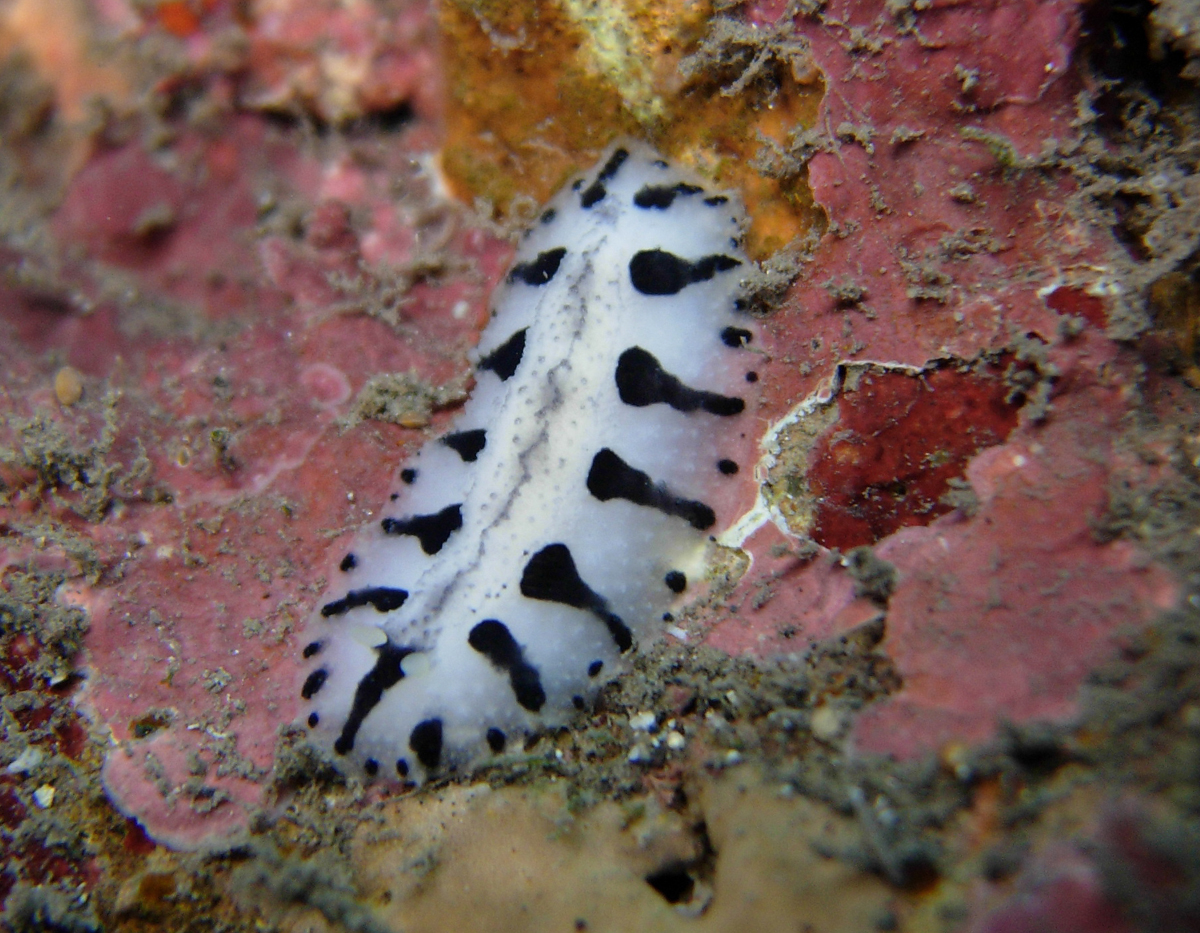
Phyllidiopsis loricata
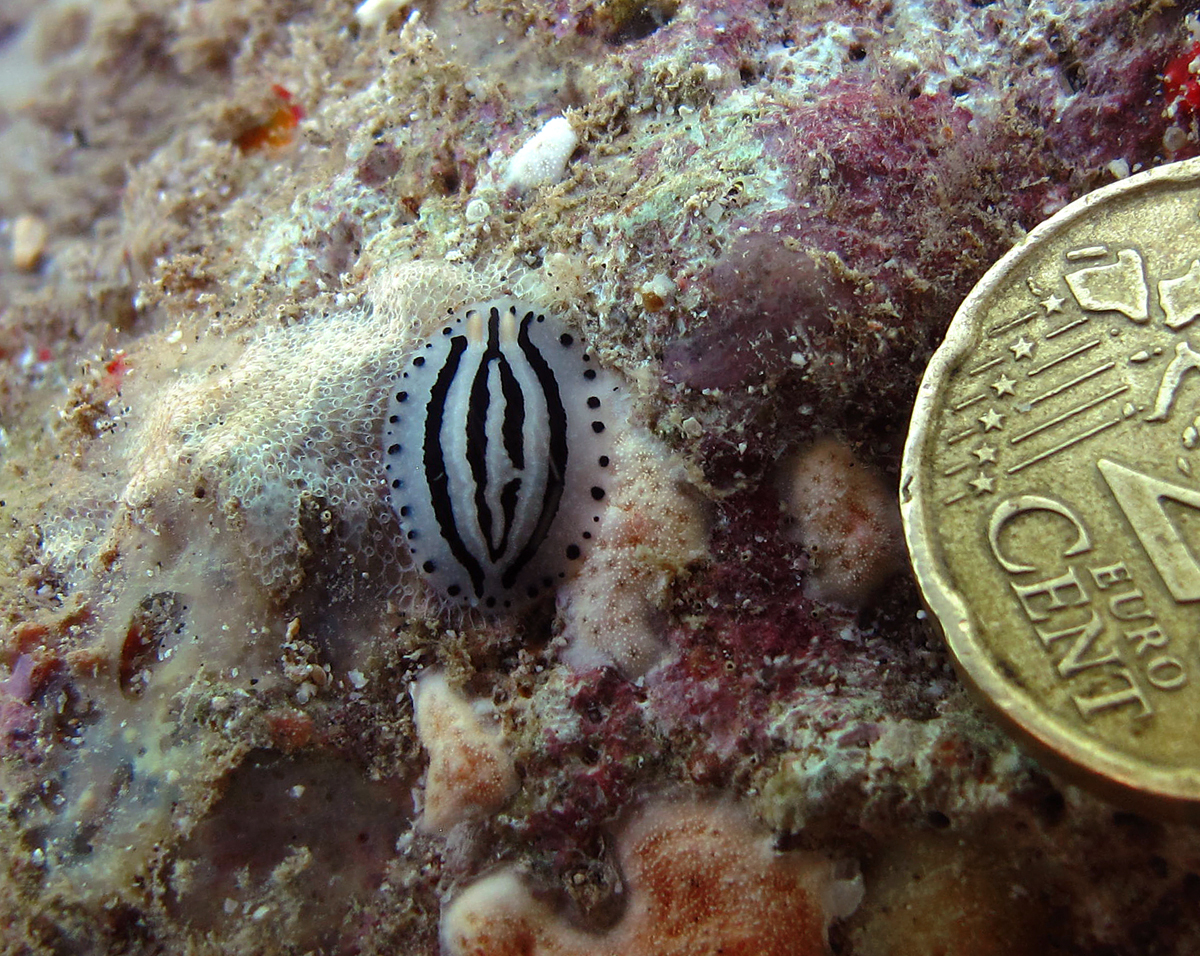
Phyllidiopsis xishaensis juvénile
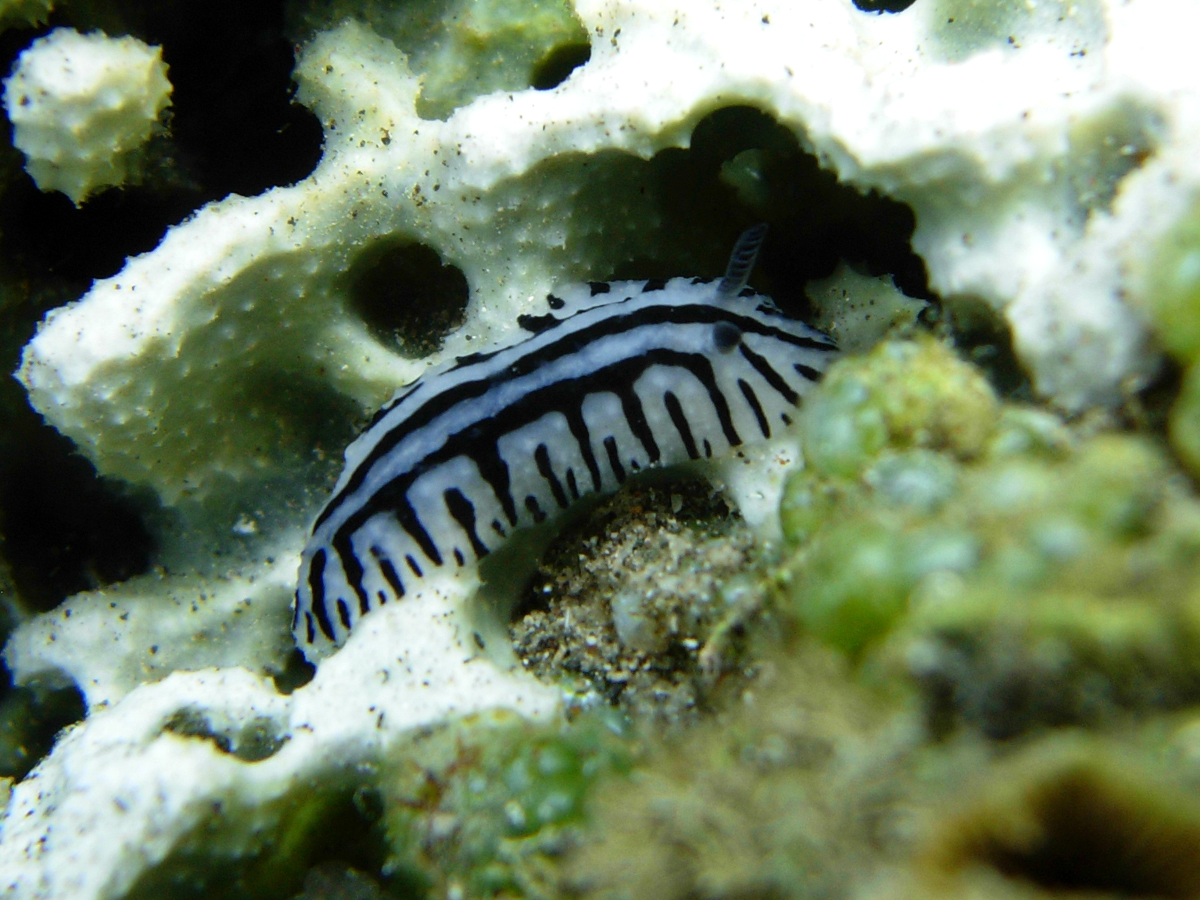
Phyllidiopsis sp. 1
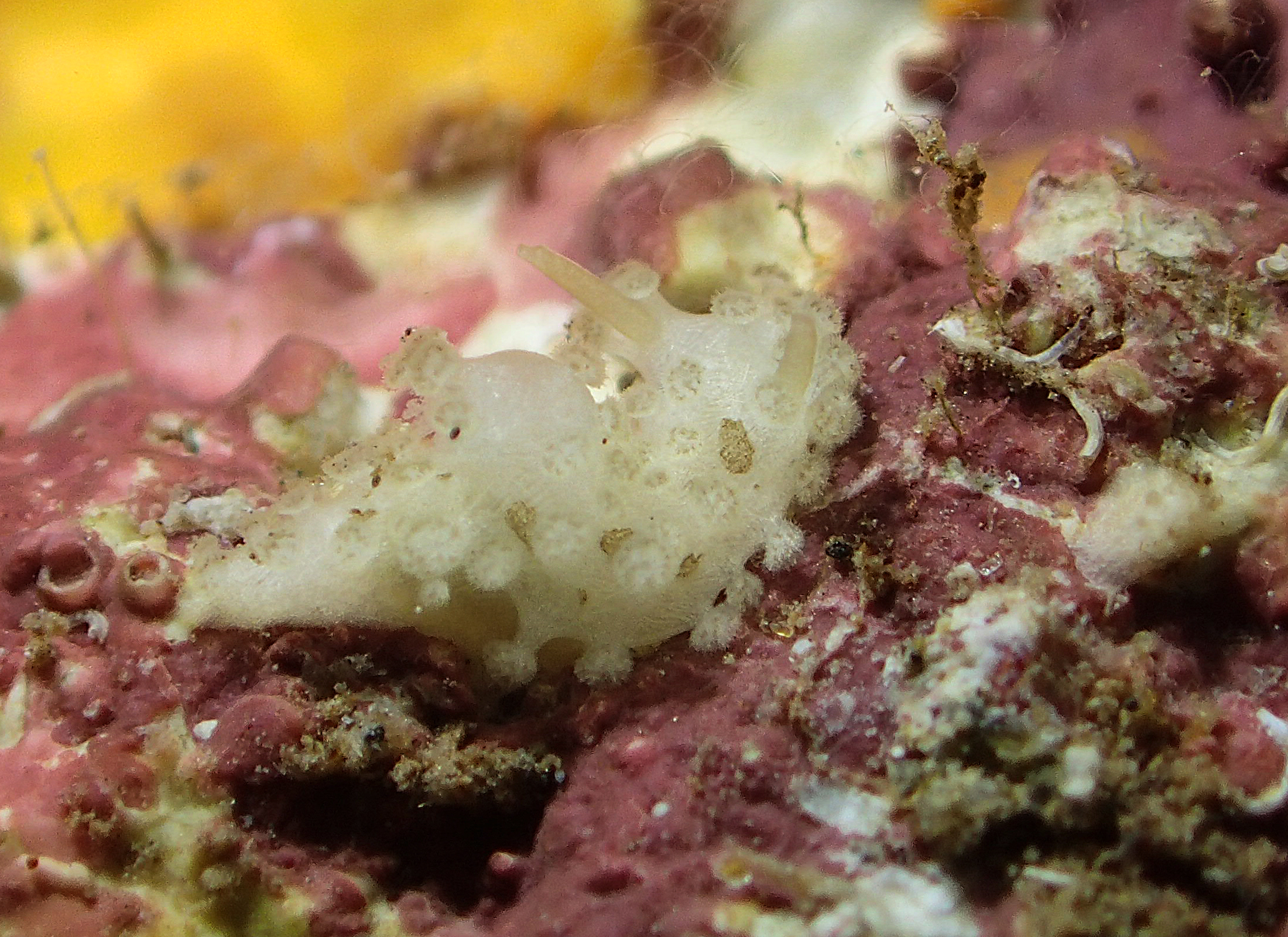
Aegires incusus
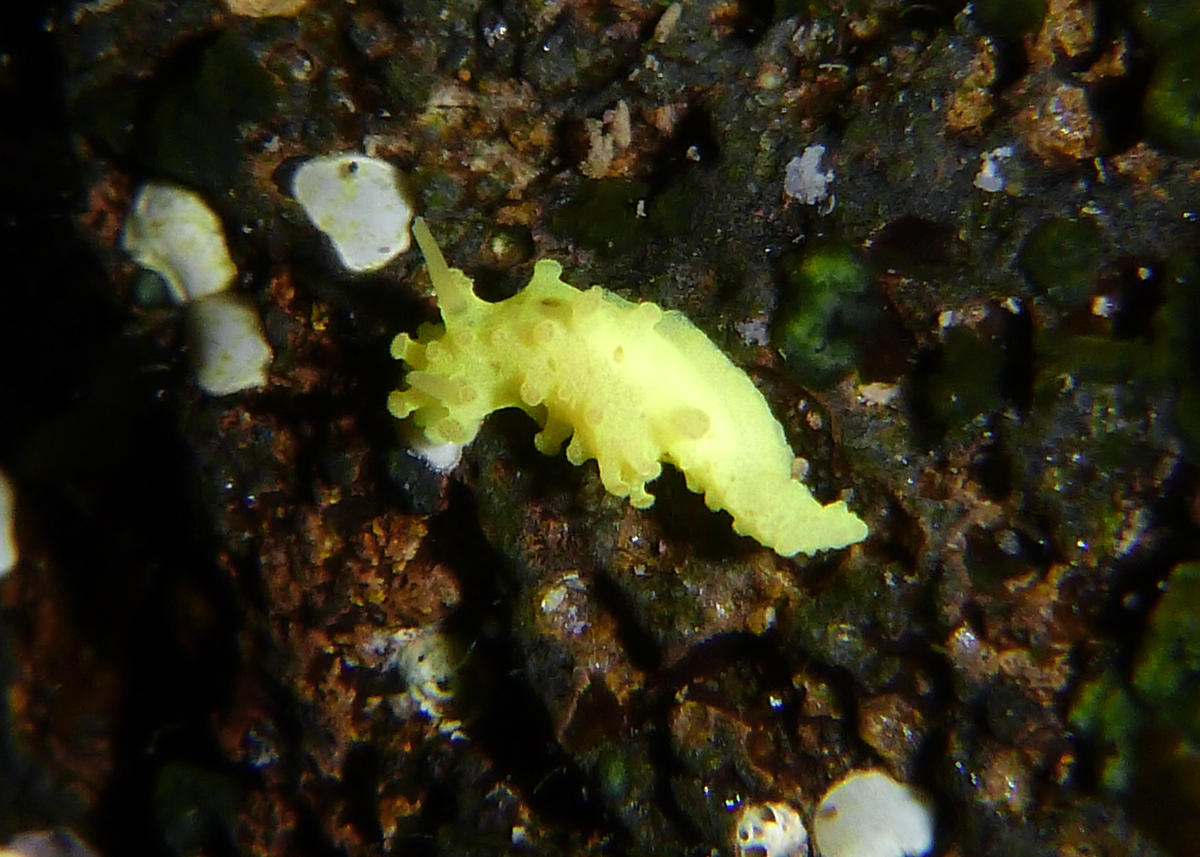
Aegires citrinus
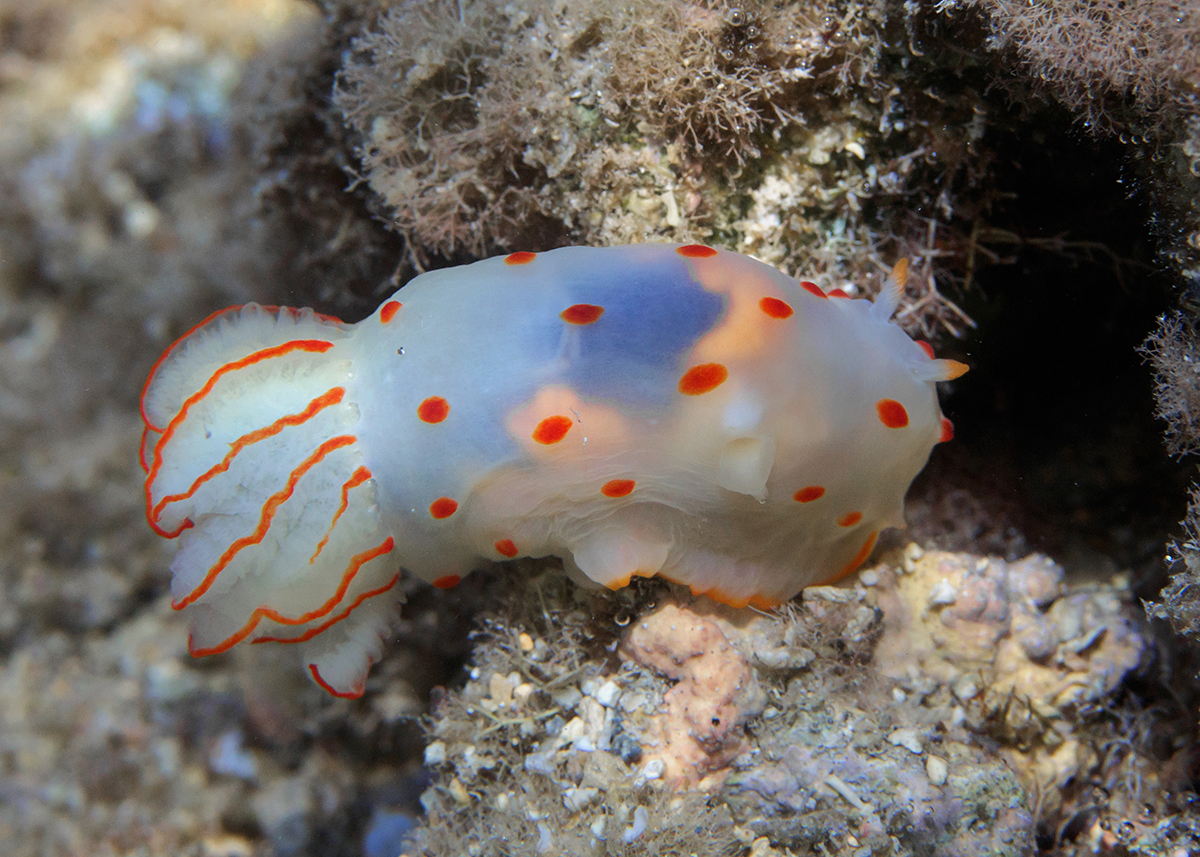
Gymnodoris de Ceylan (Gymnodoris ceylonica)
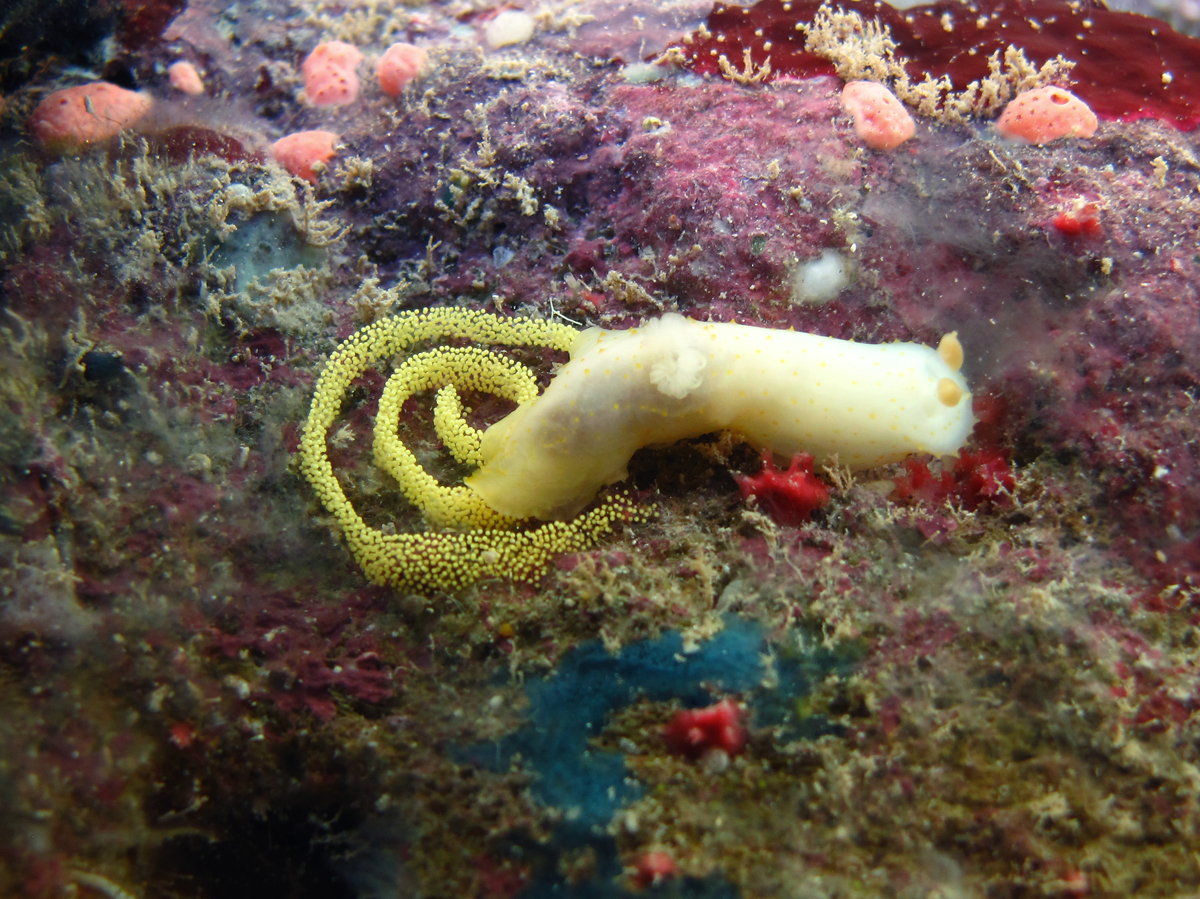
Gymnodoris mouchetée citron (Gymnodoris citrina) achevant de pondre
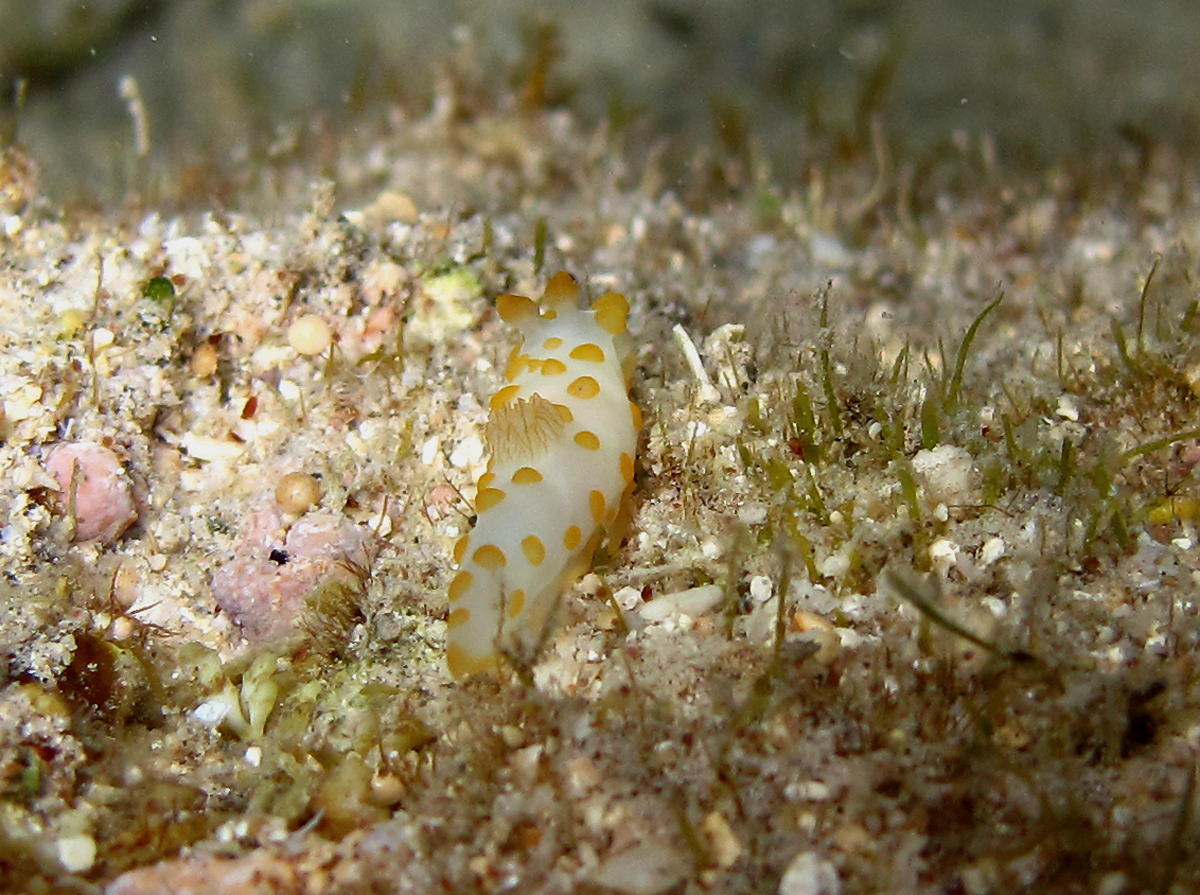
Doris à papilles orangées ou Doris impudique (Gymnodoris impudica), de nuit.
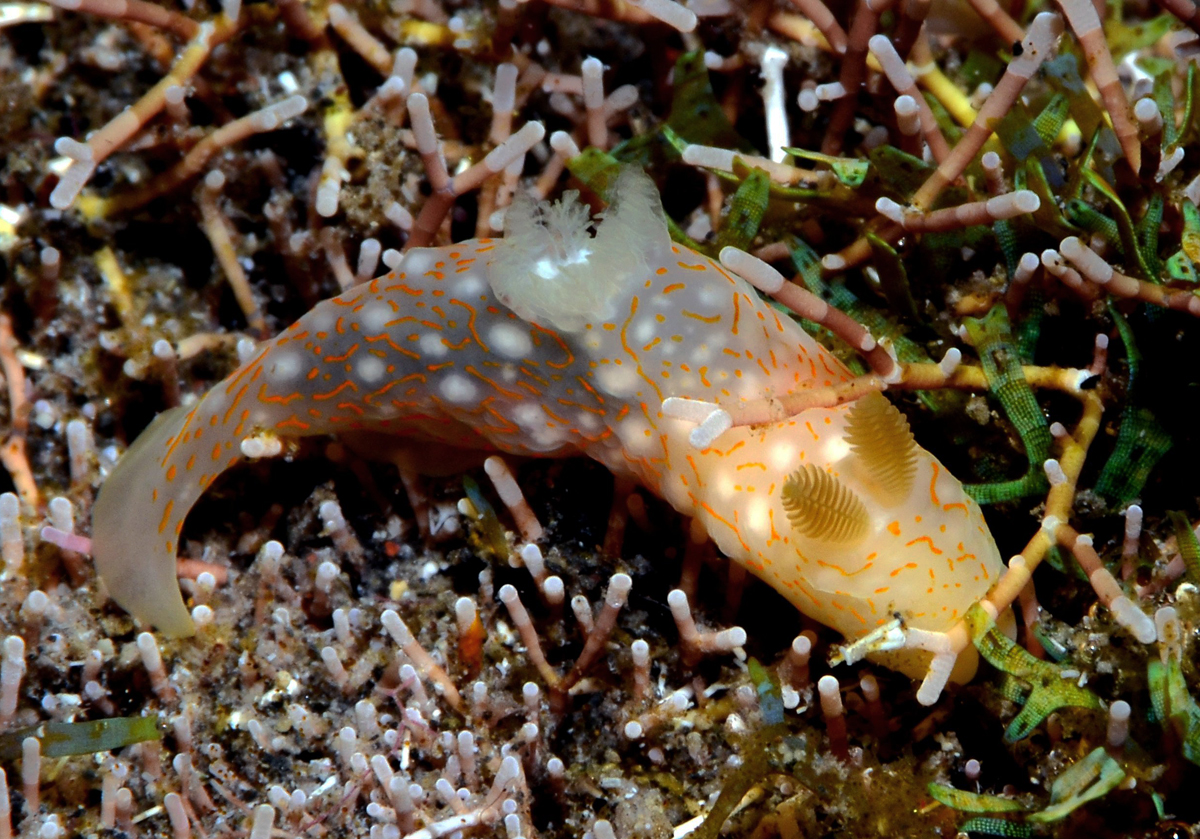
Gymnodoris okinawae
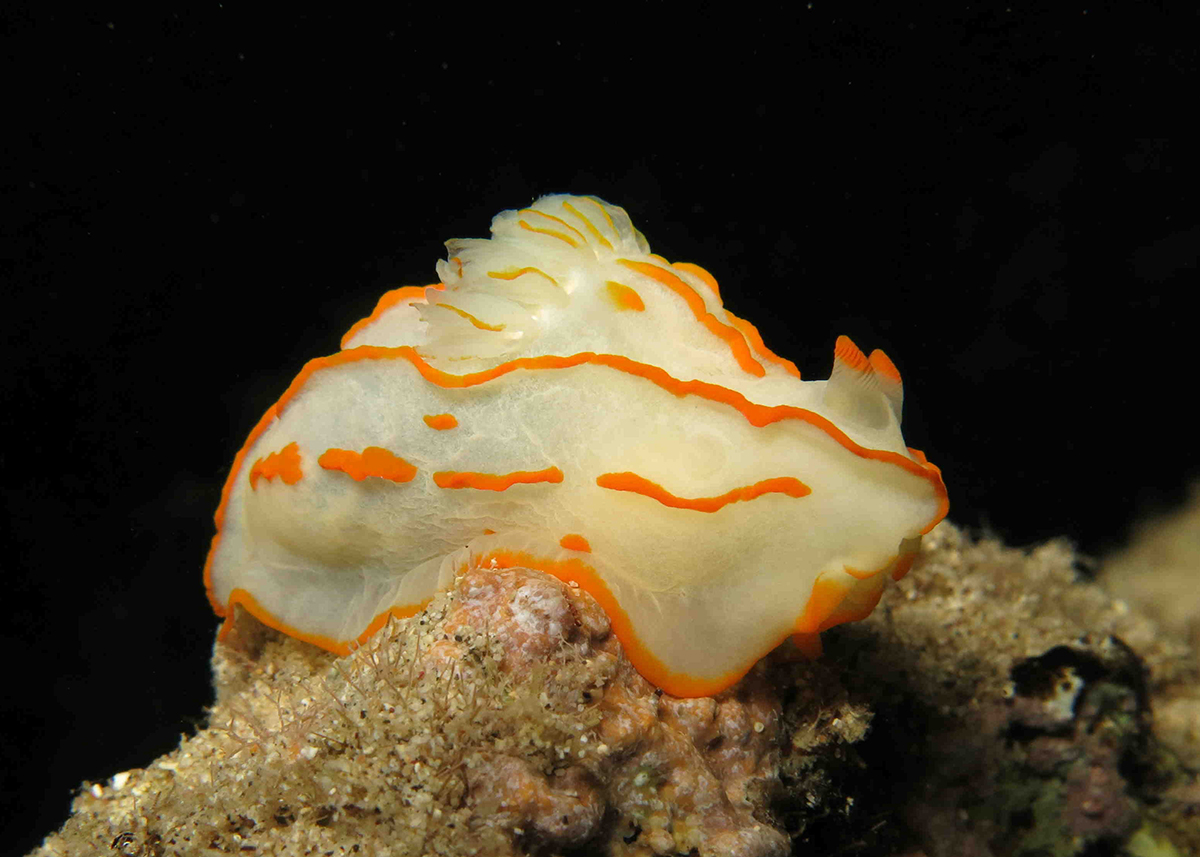
Gymnodoris striata
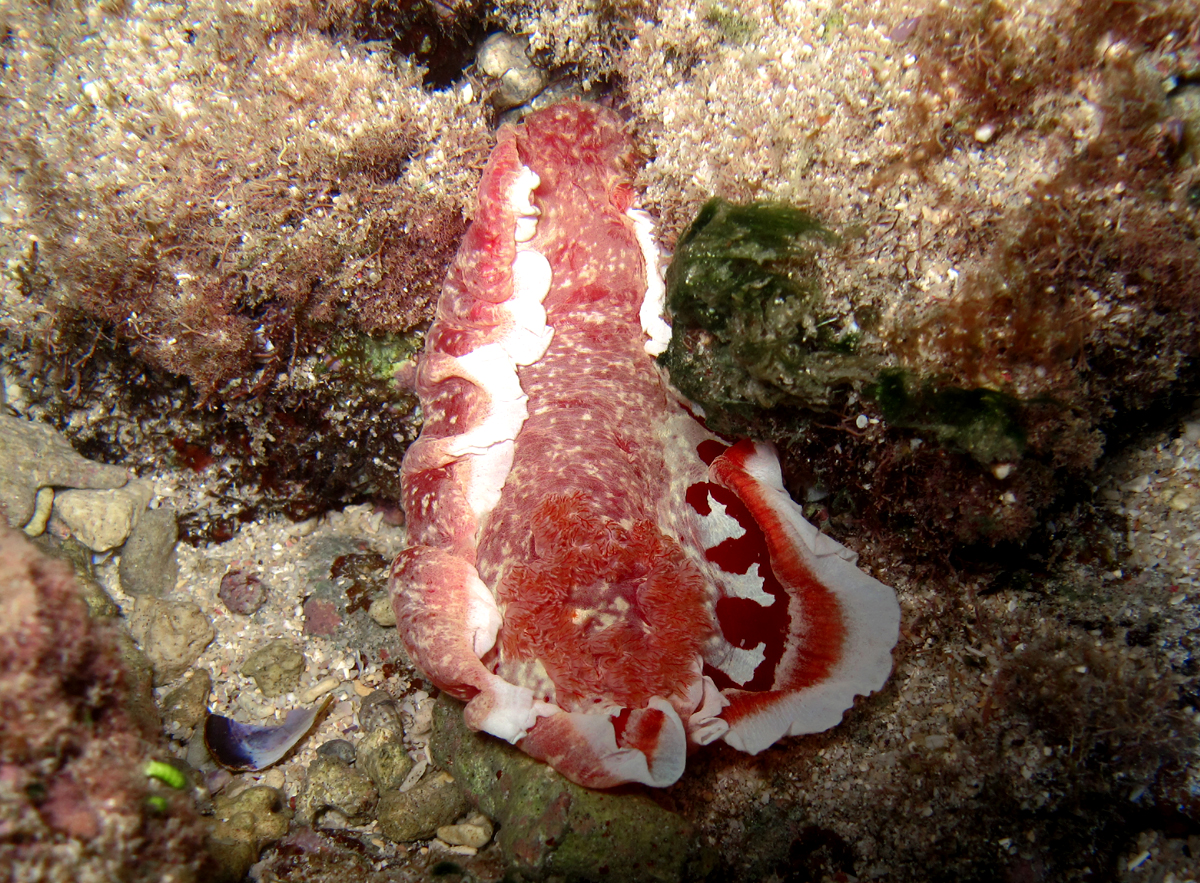
Danseuse espagnole (Hexabranchus lacer, morphe 3[137])
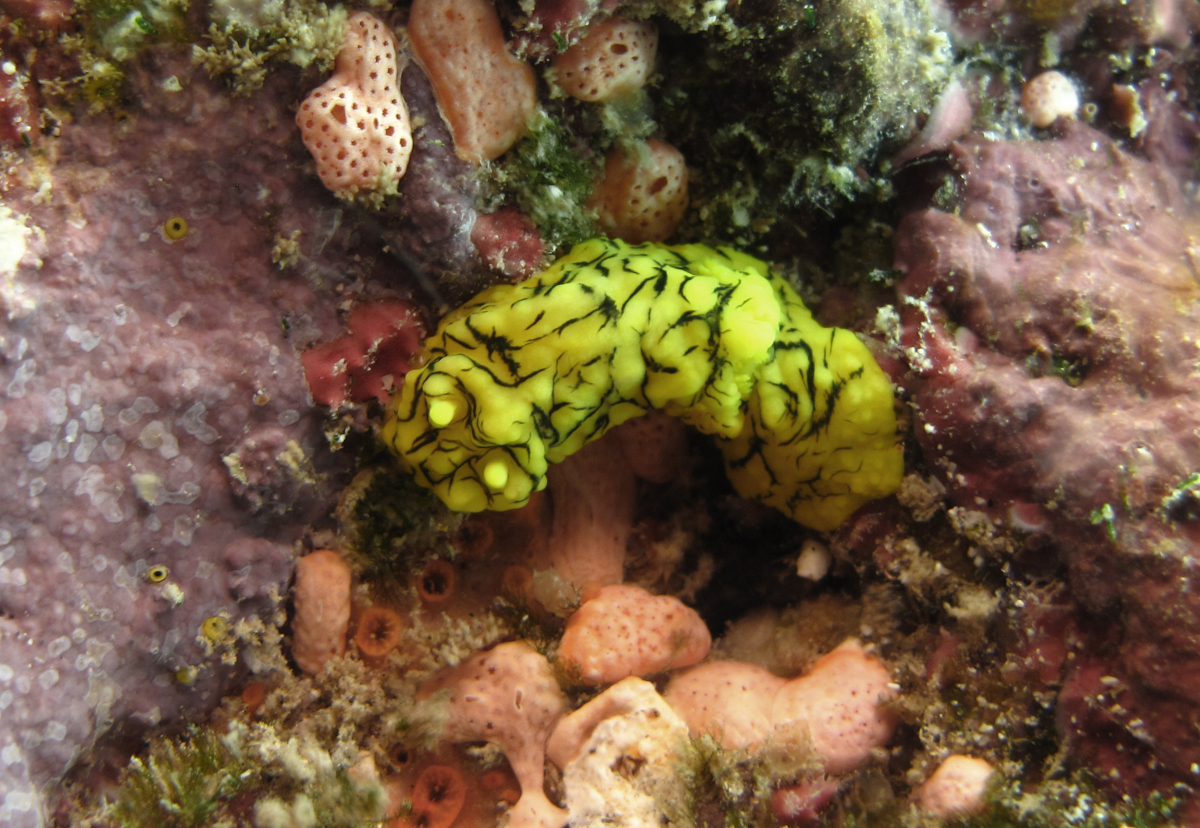
Doris guêpe (Notodoris minor)
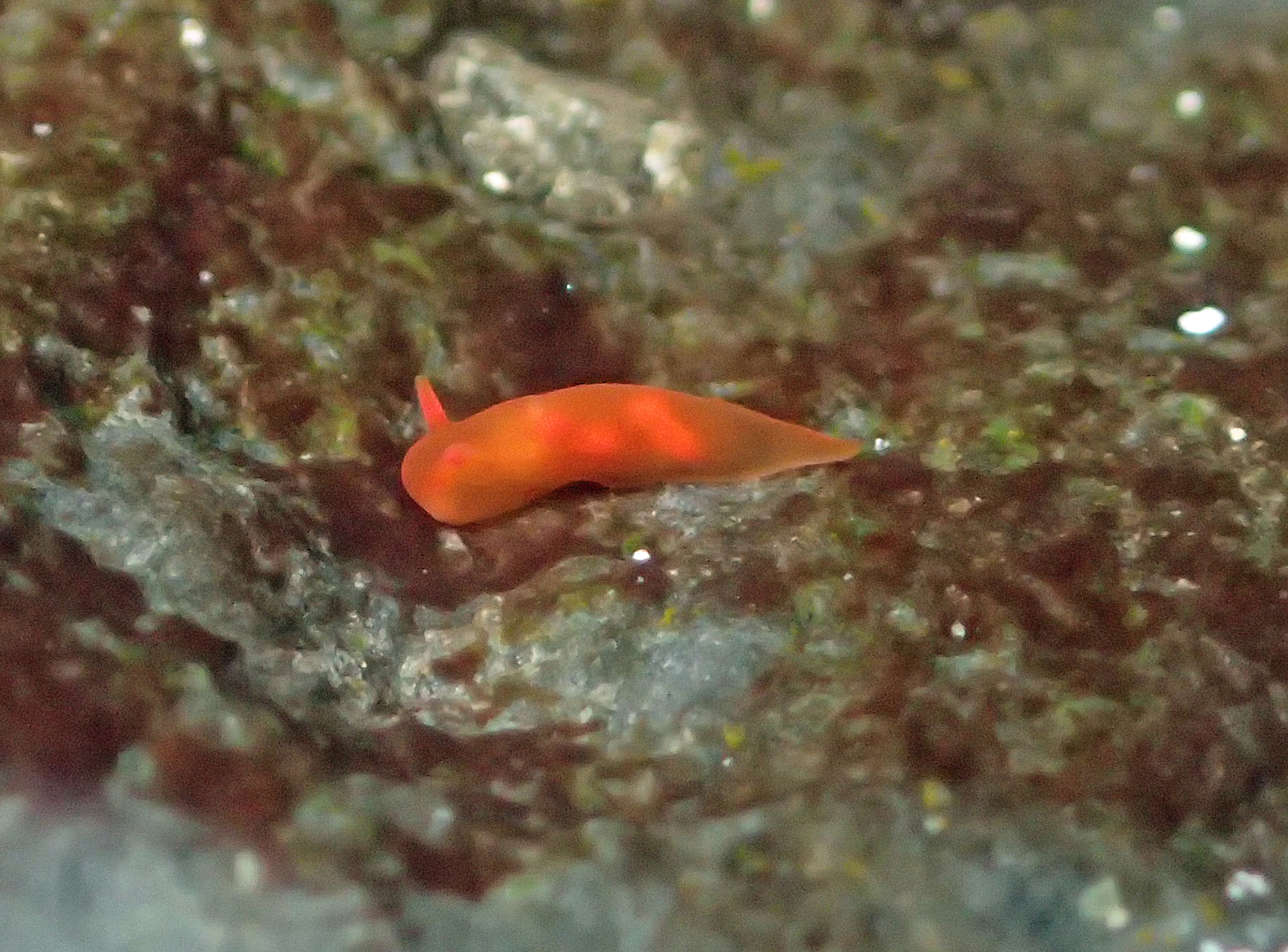
Vayssierea felis
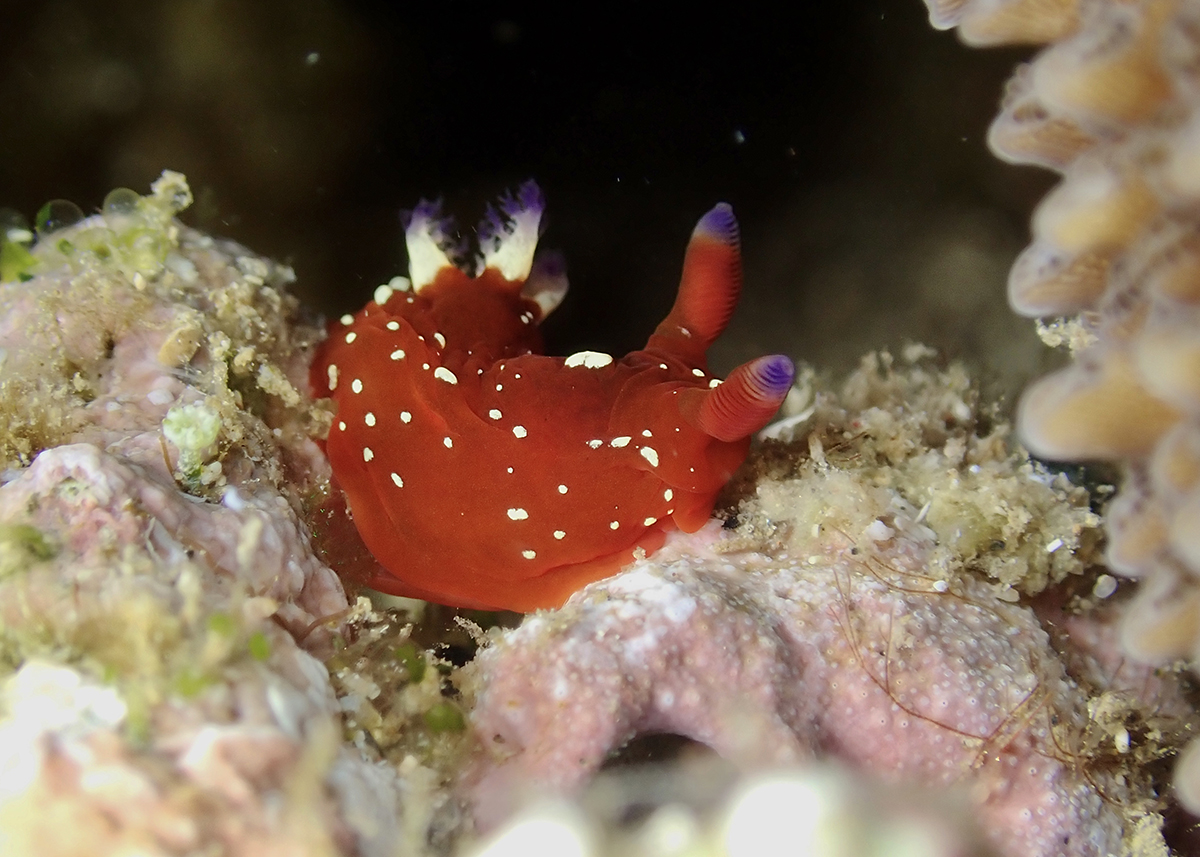
Martadoris limaciformis
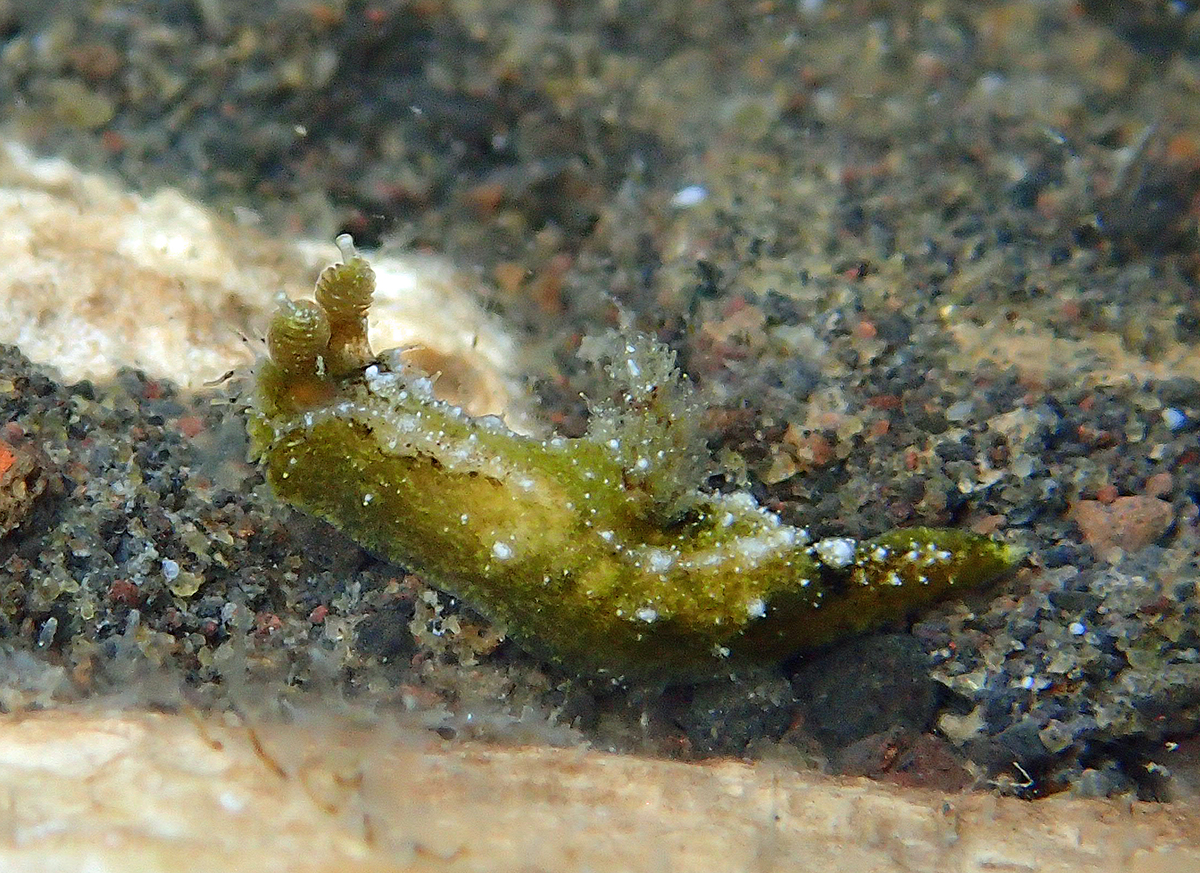
Polycera japonica
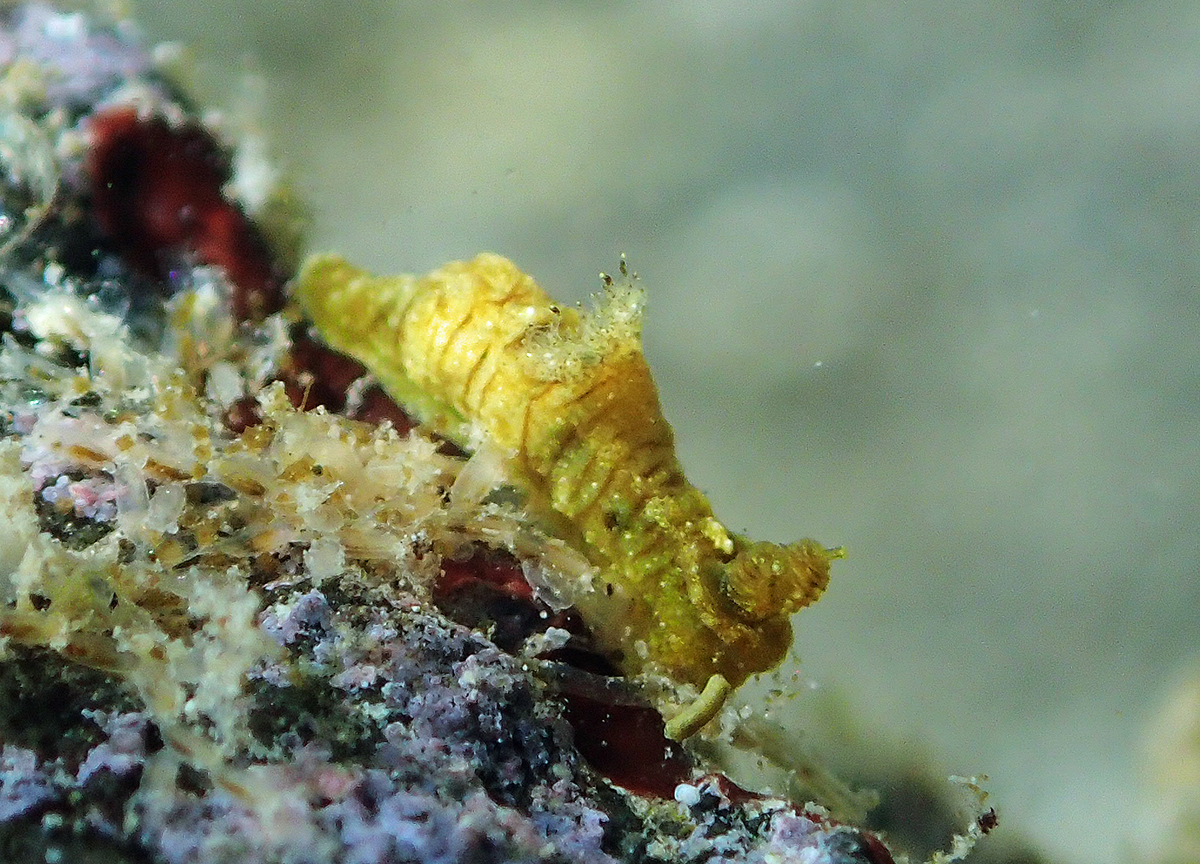
Polycera ribesci
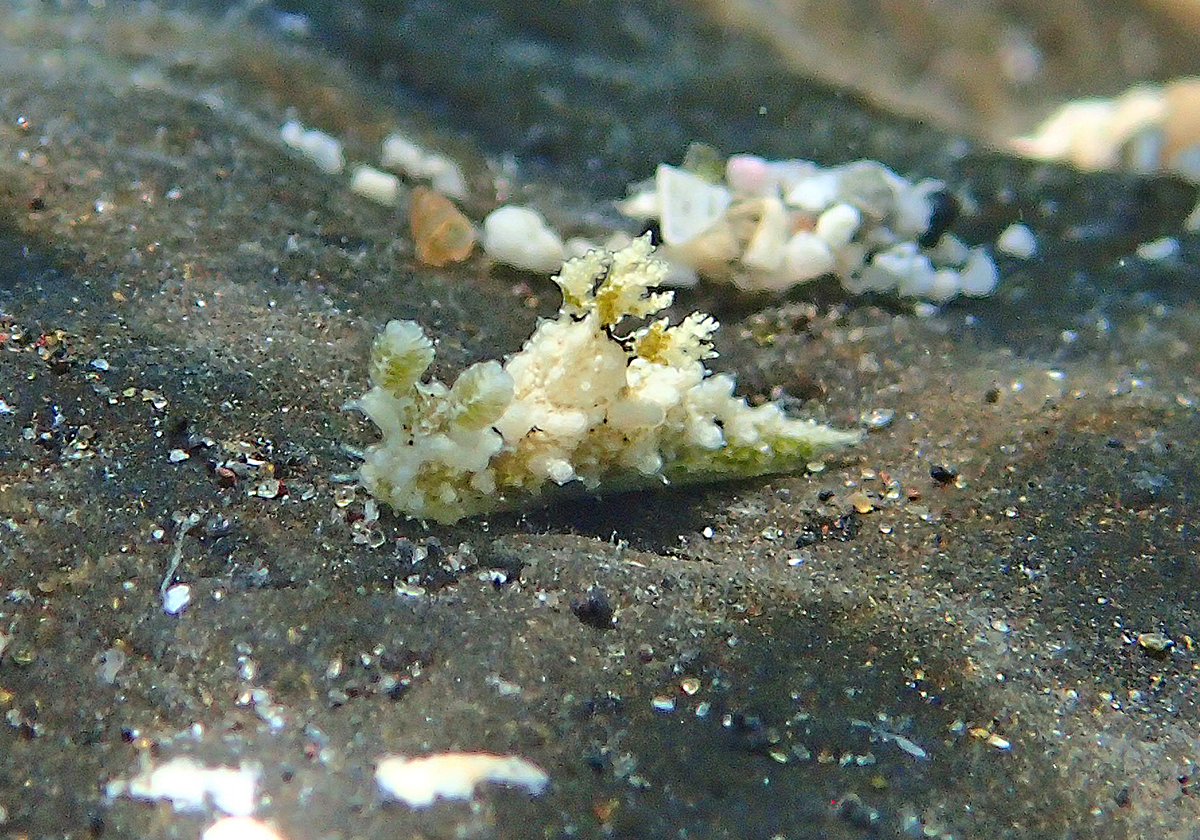
Polycera sp.
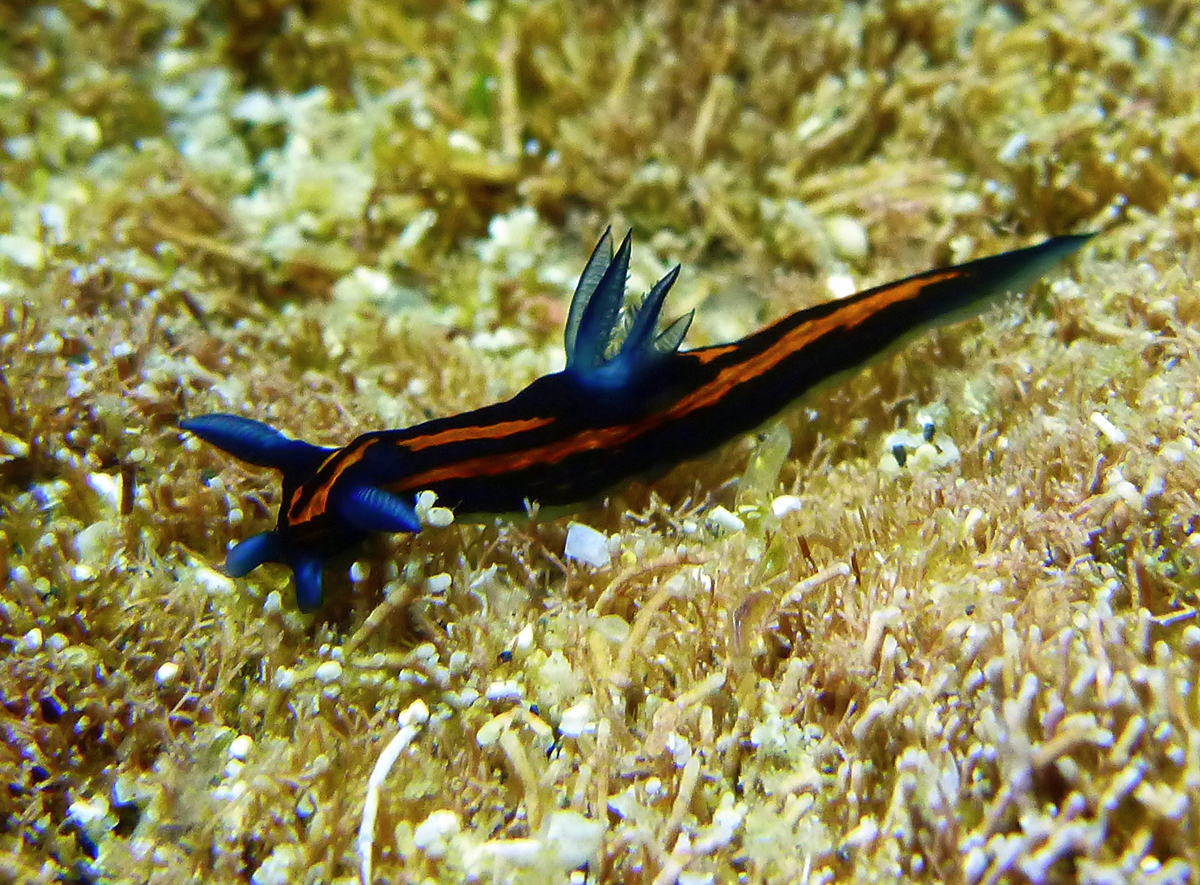
Roboastra gracilis
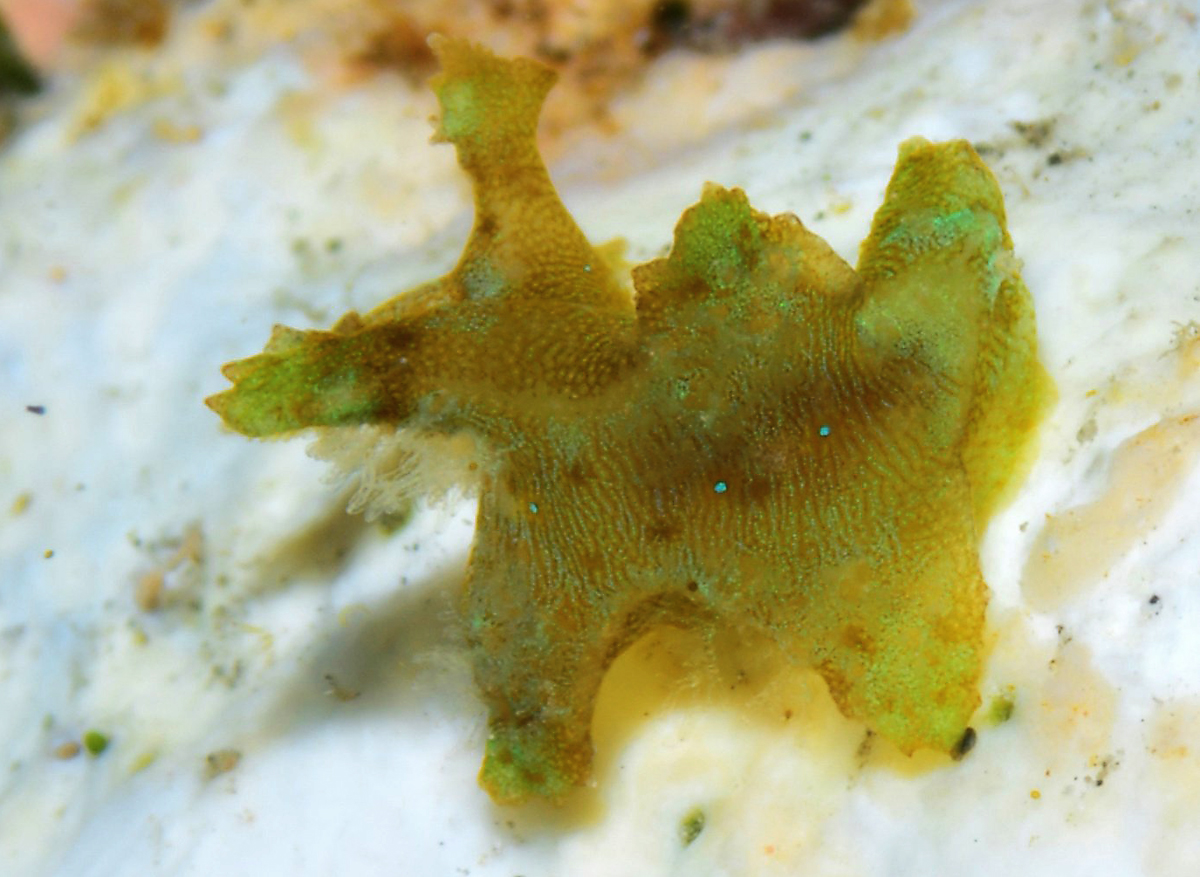
Crosslandia sp.
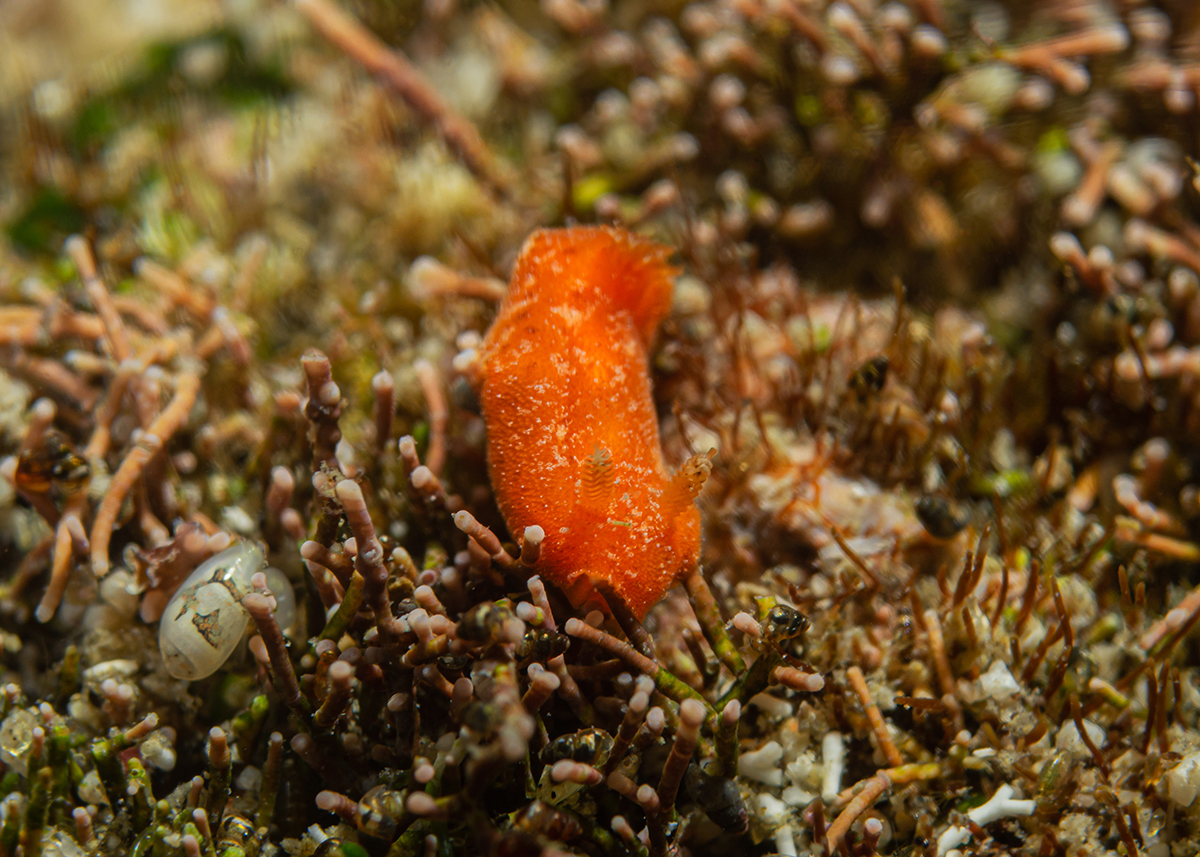
Espèce non décrite.

#### Céphalaspides

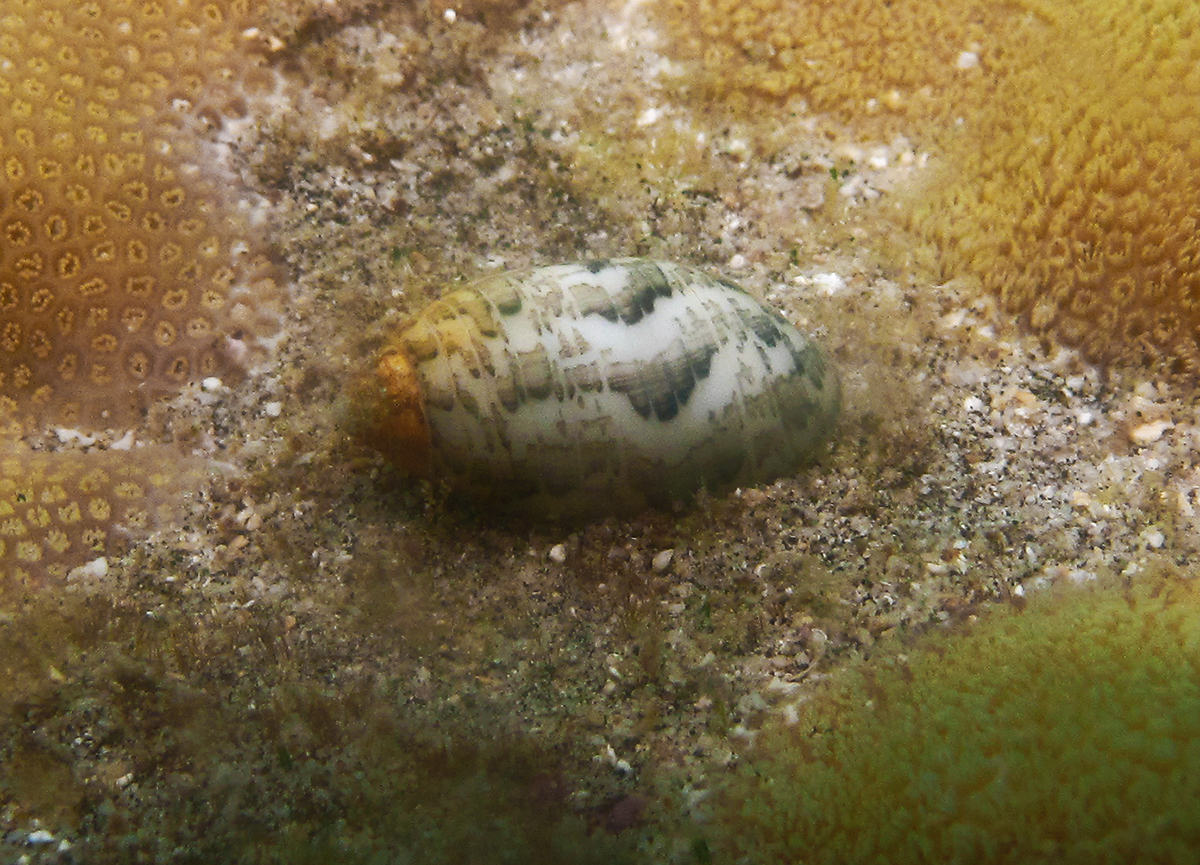
Pupa sulcata
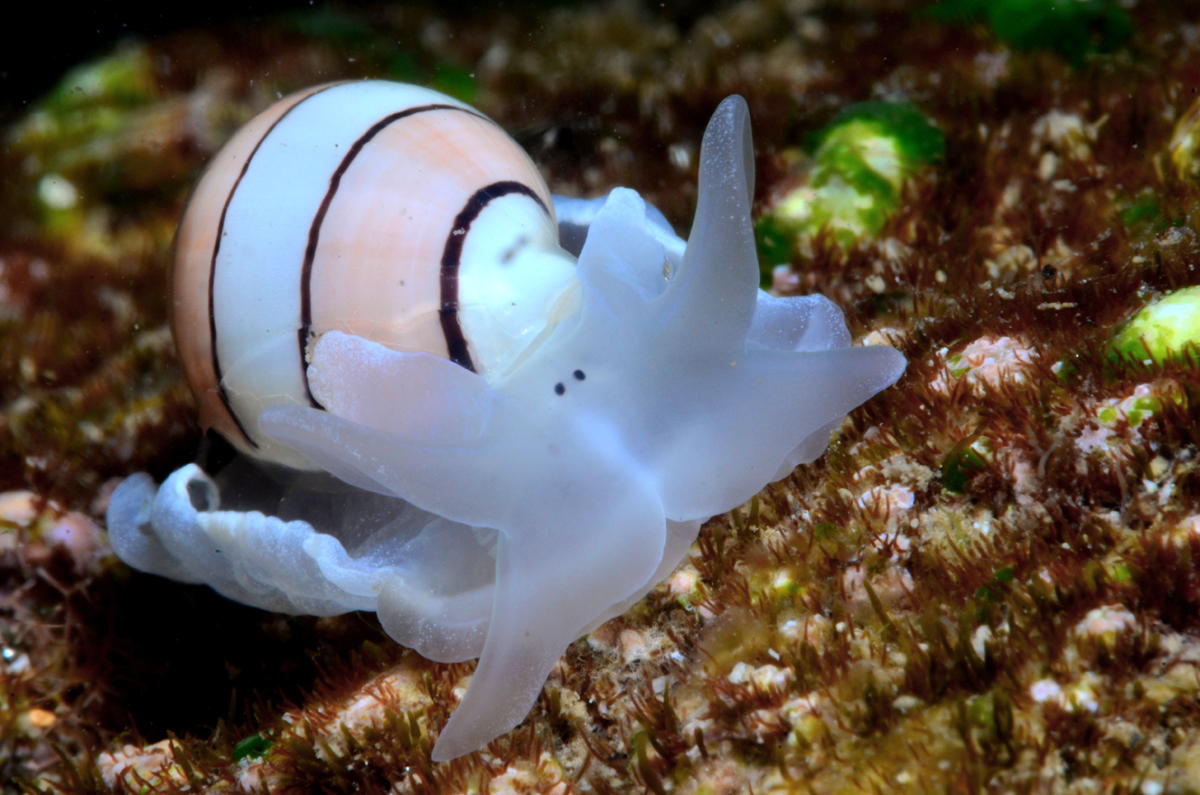
Aplustrum amplustre
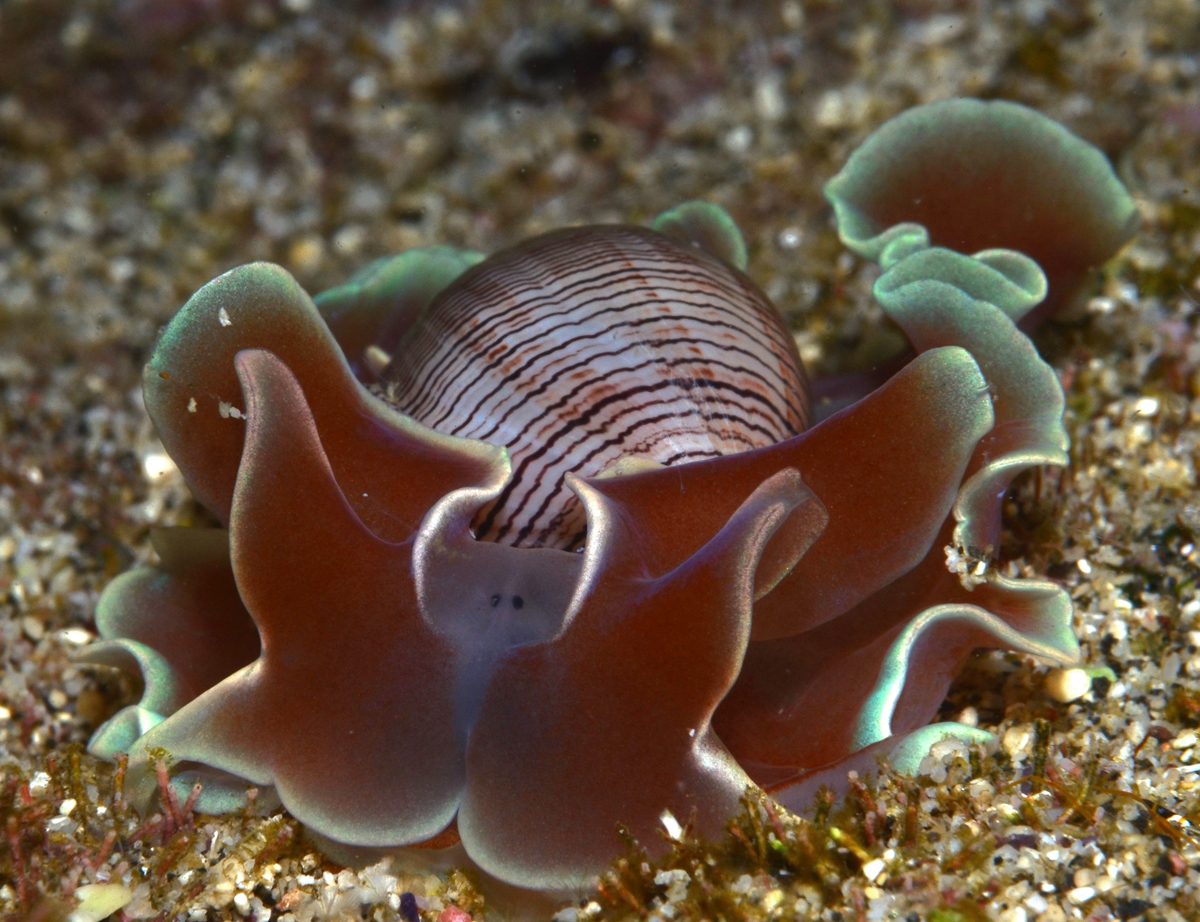
Une bulle à lignes marron (Hydatina physis)
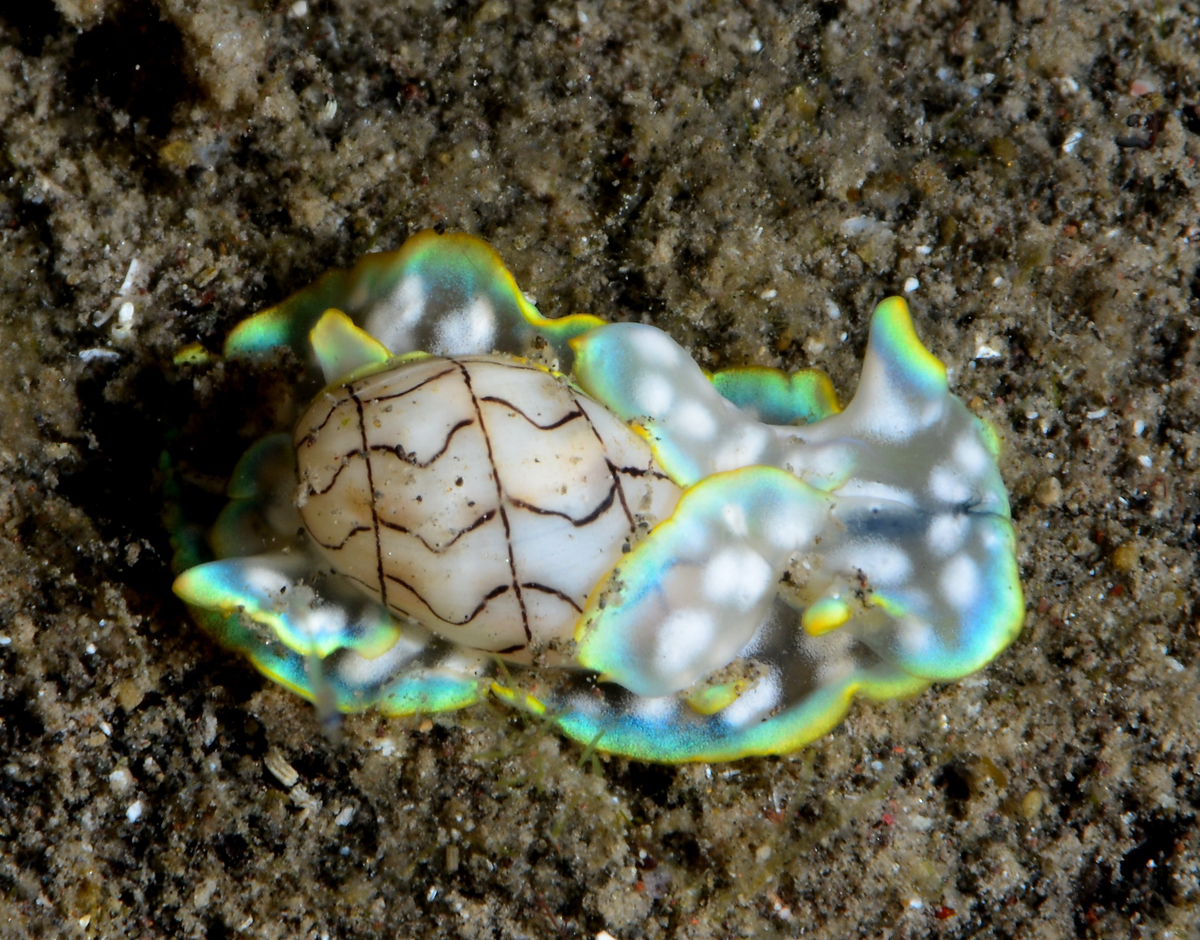
Une bulle miniature à lignes ondulées (Micromelo scriptus)
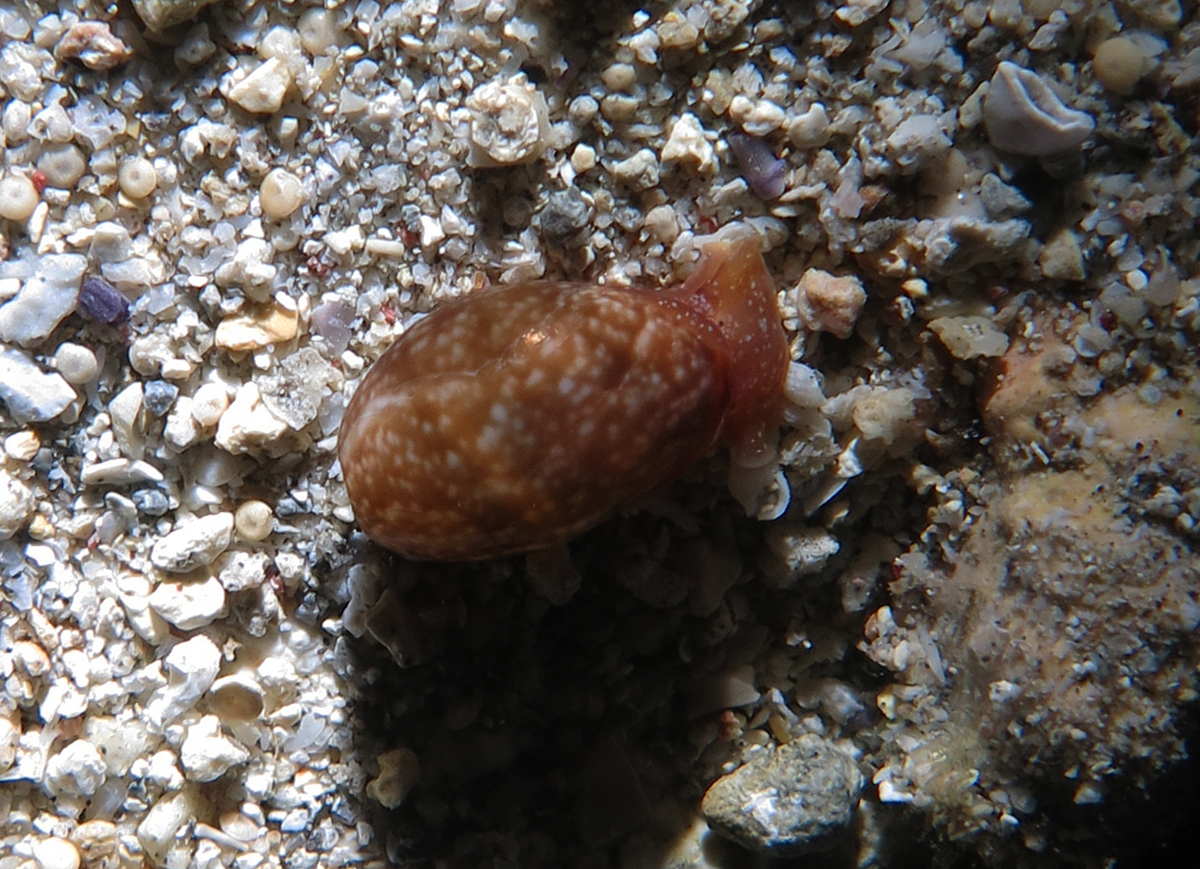
Bulla cruentata
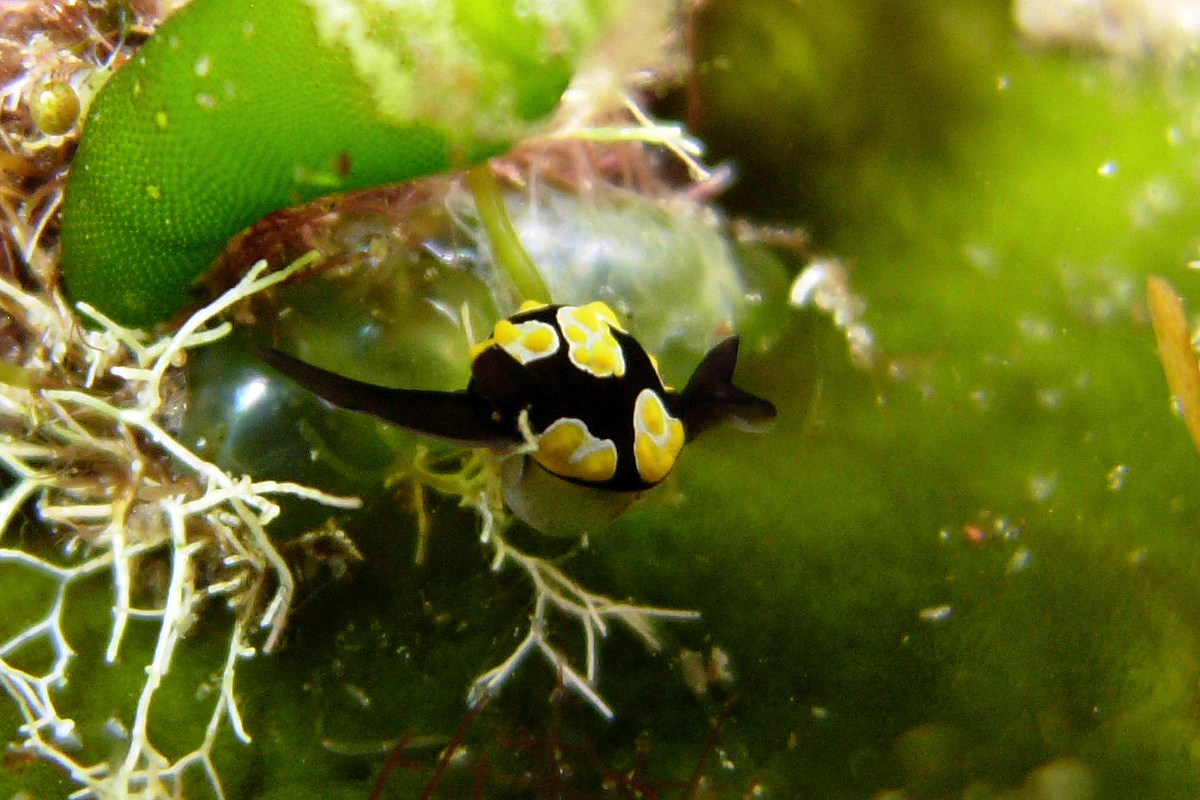
Colpodaspis thompsoni
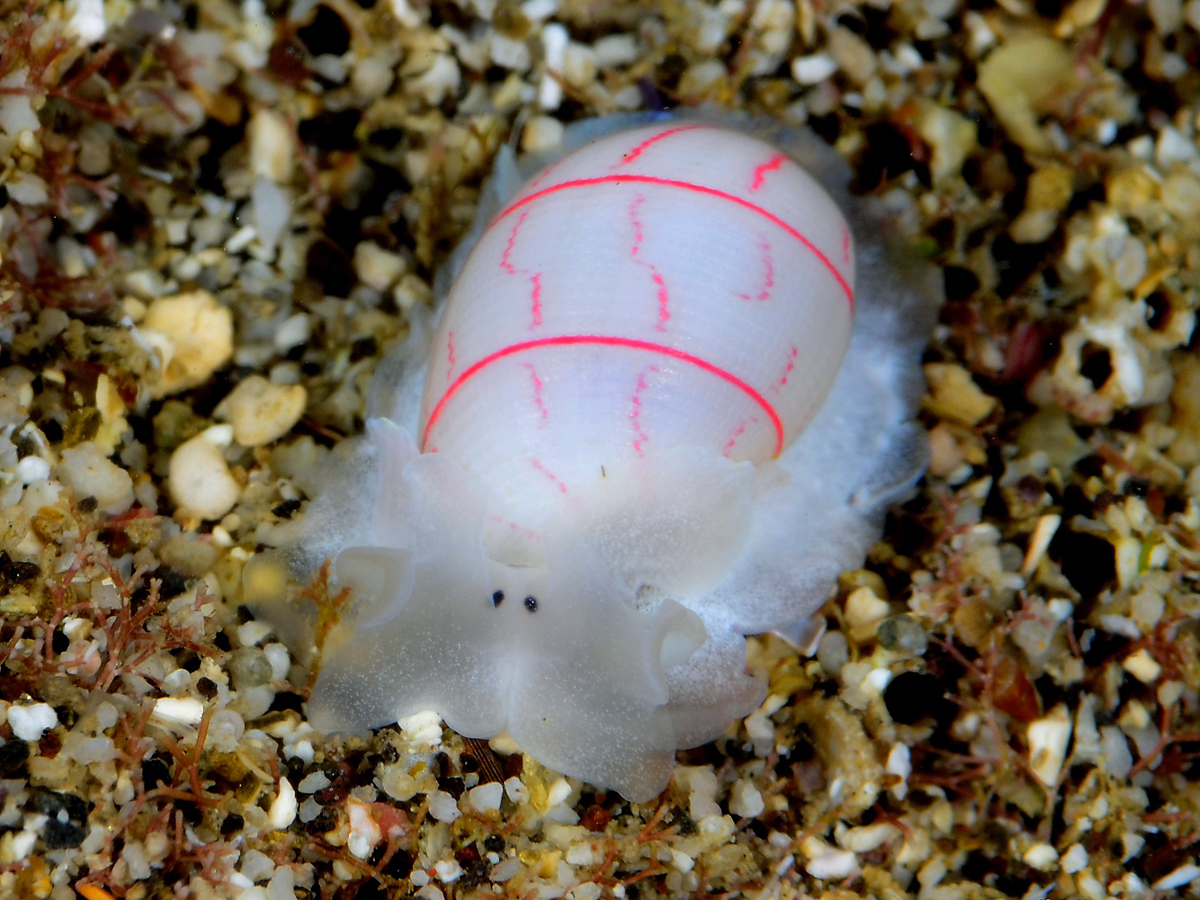
Une bulle à lignes rouges (Bullina lineata)
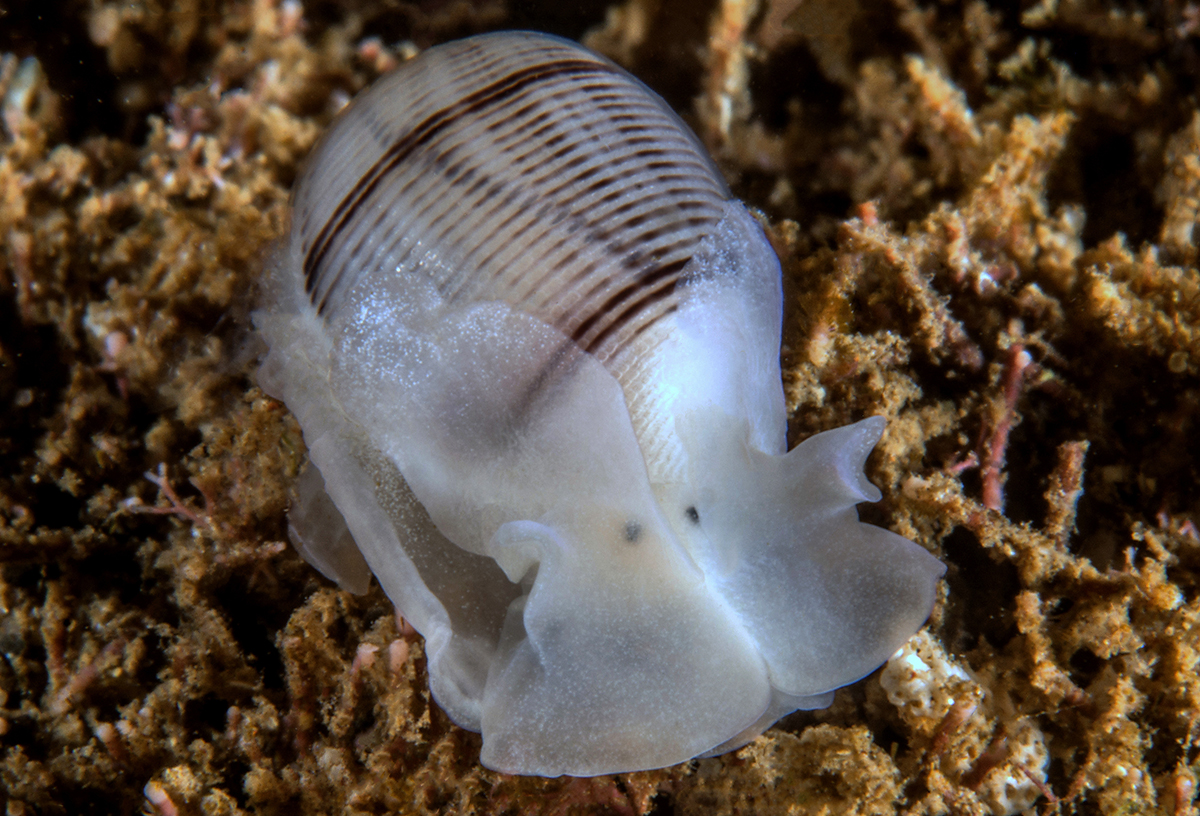
Bullina vitrea (rare)
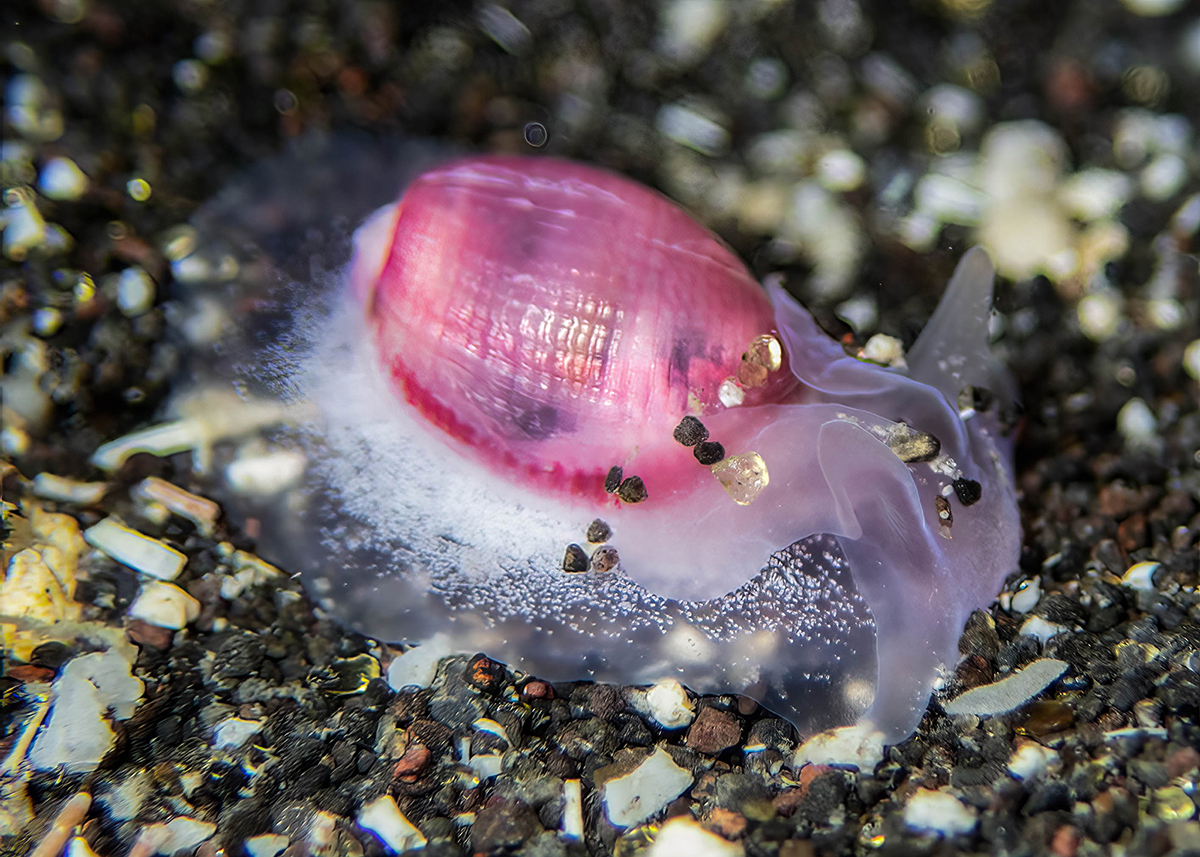
Bullina sp. 1
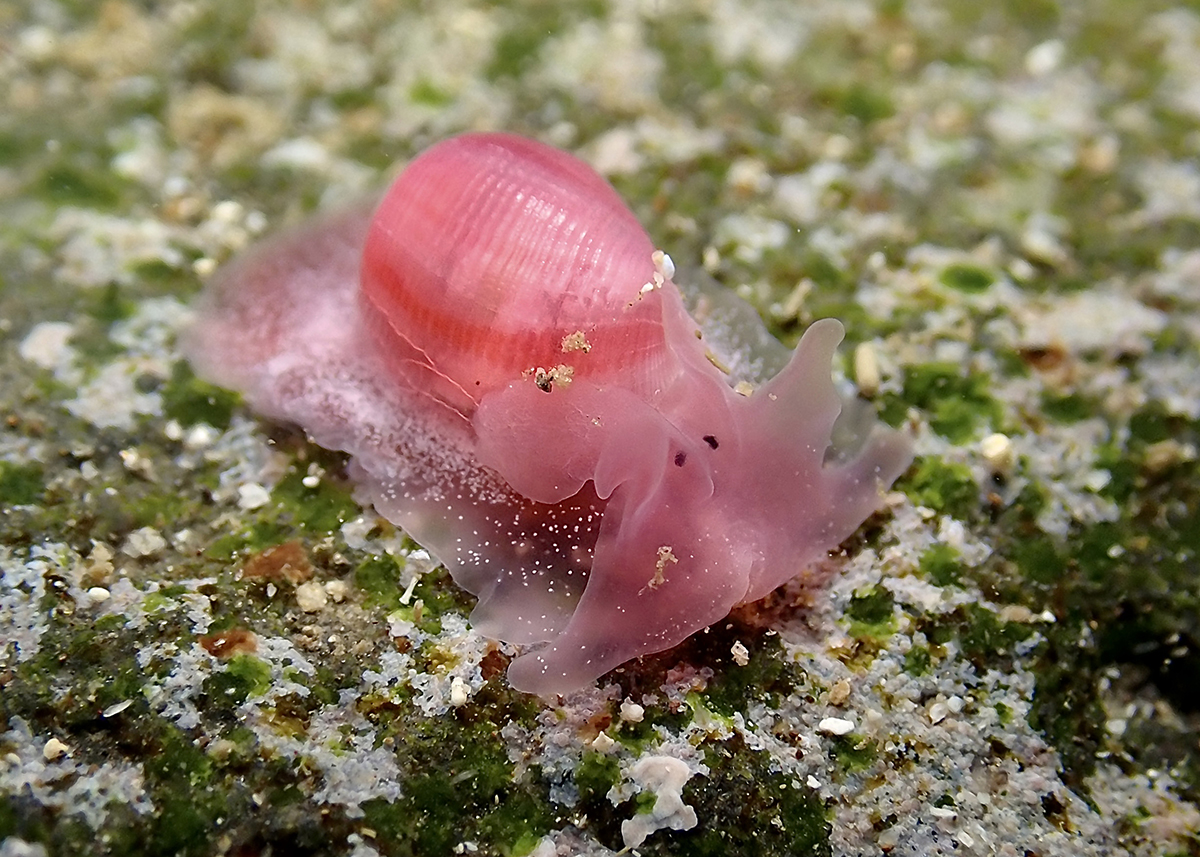
Bullina sp. 2
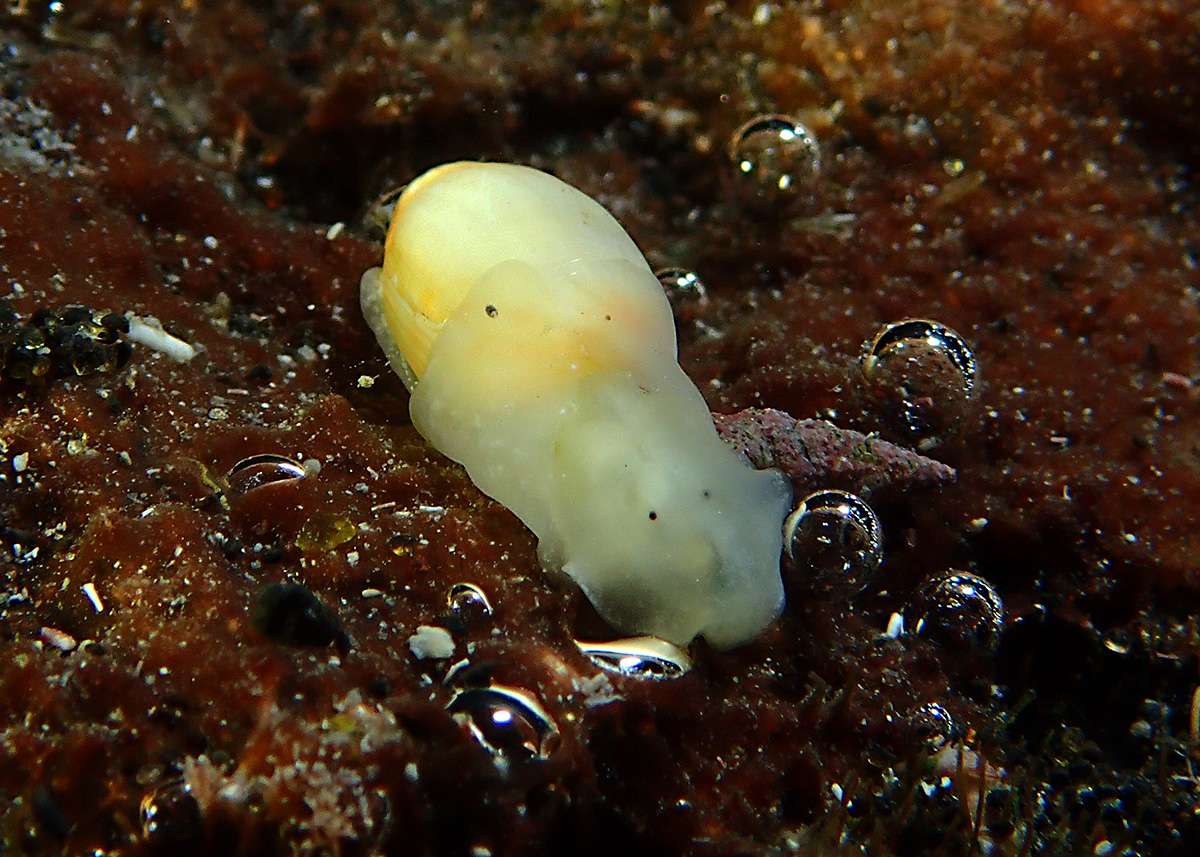
Aliculastrum cylindricum
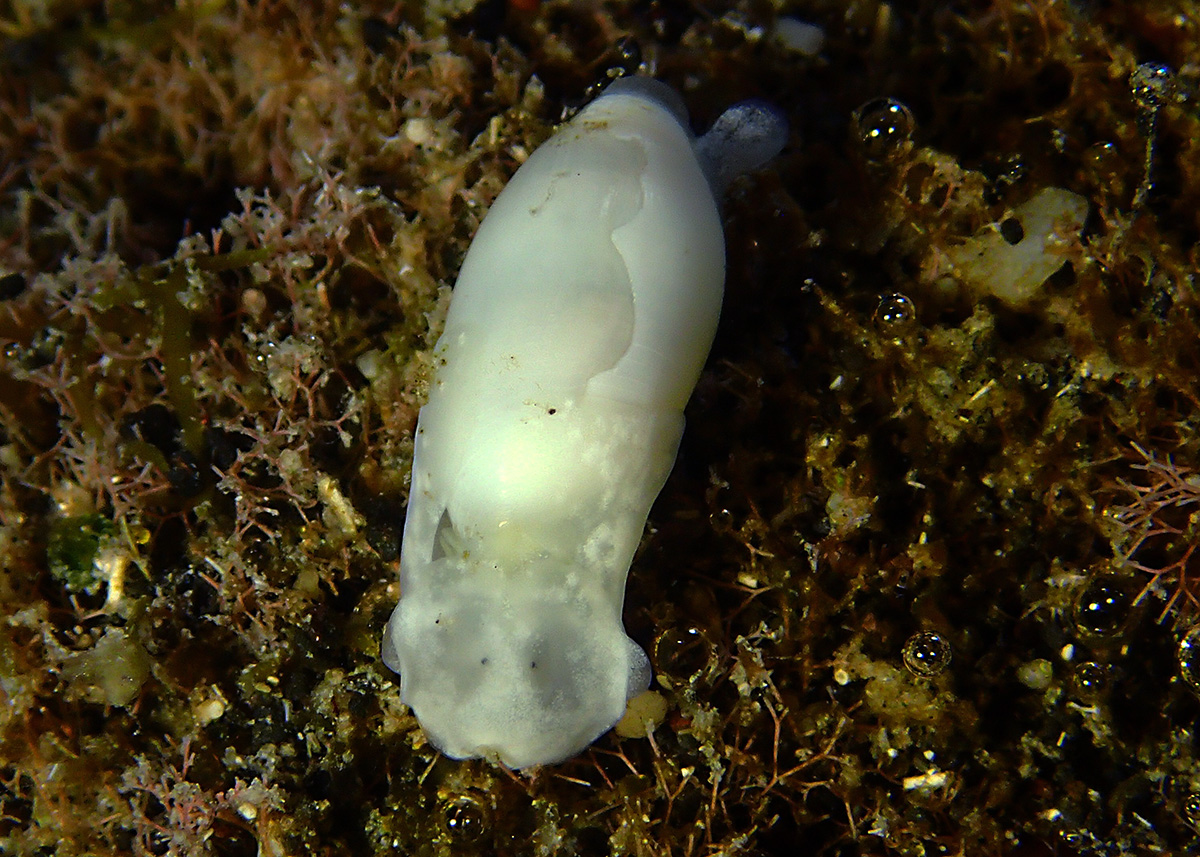
Aliculastrum sp.
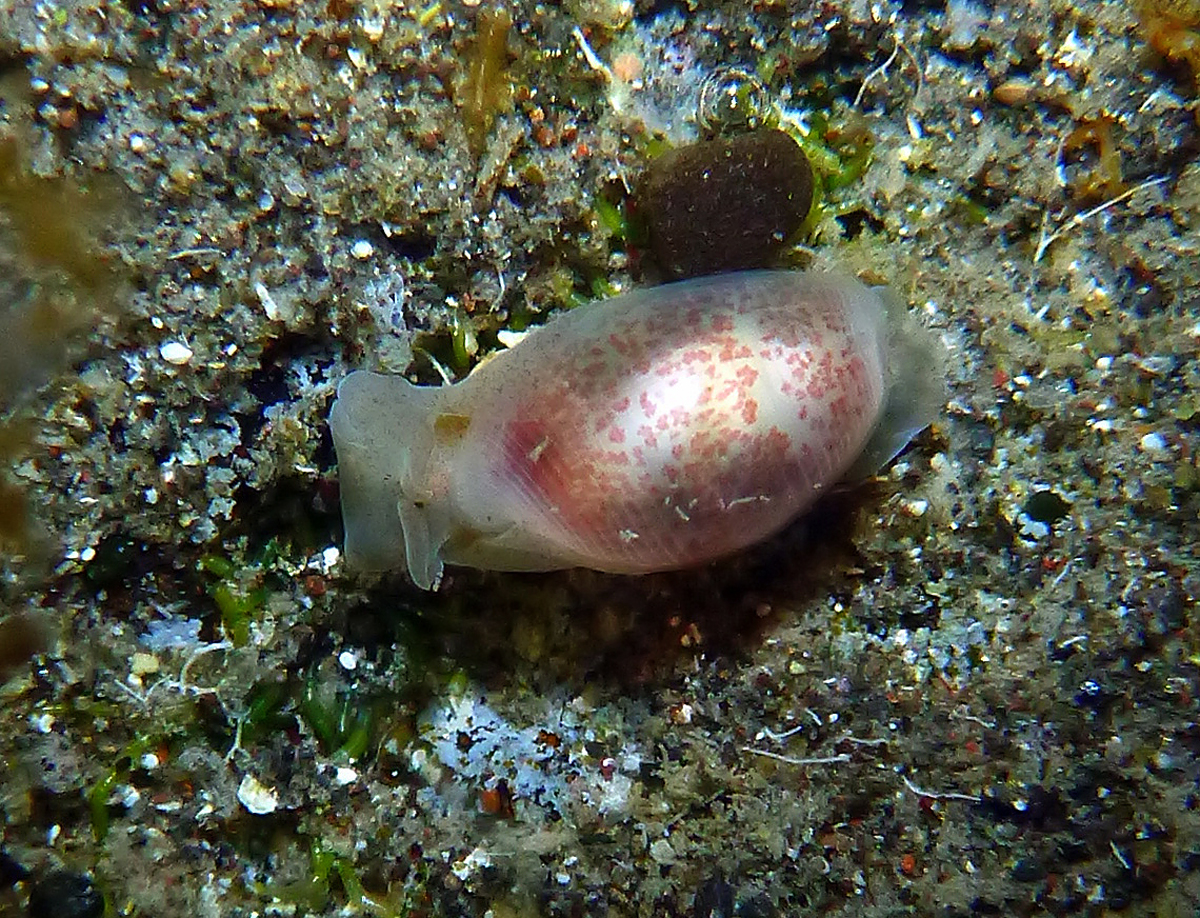
Atys semistriatus
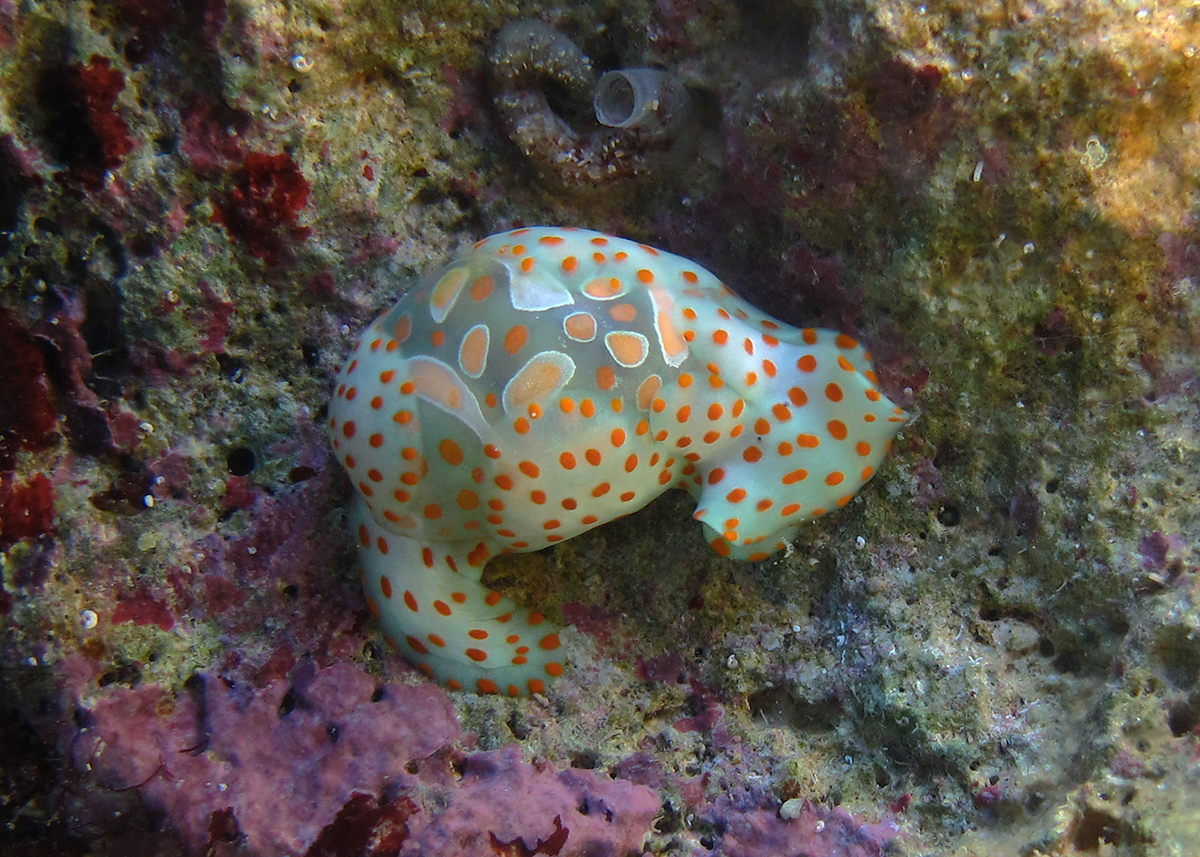
Lamprohaminoea cymbalum
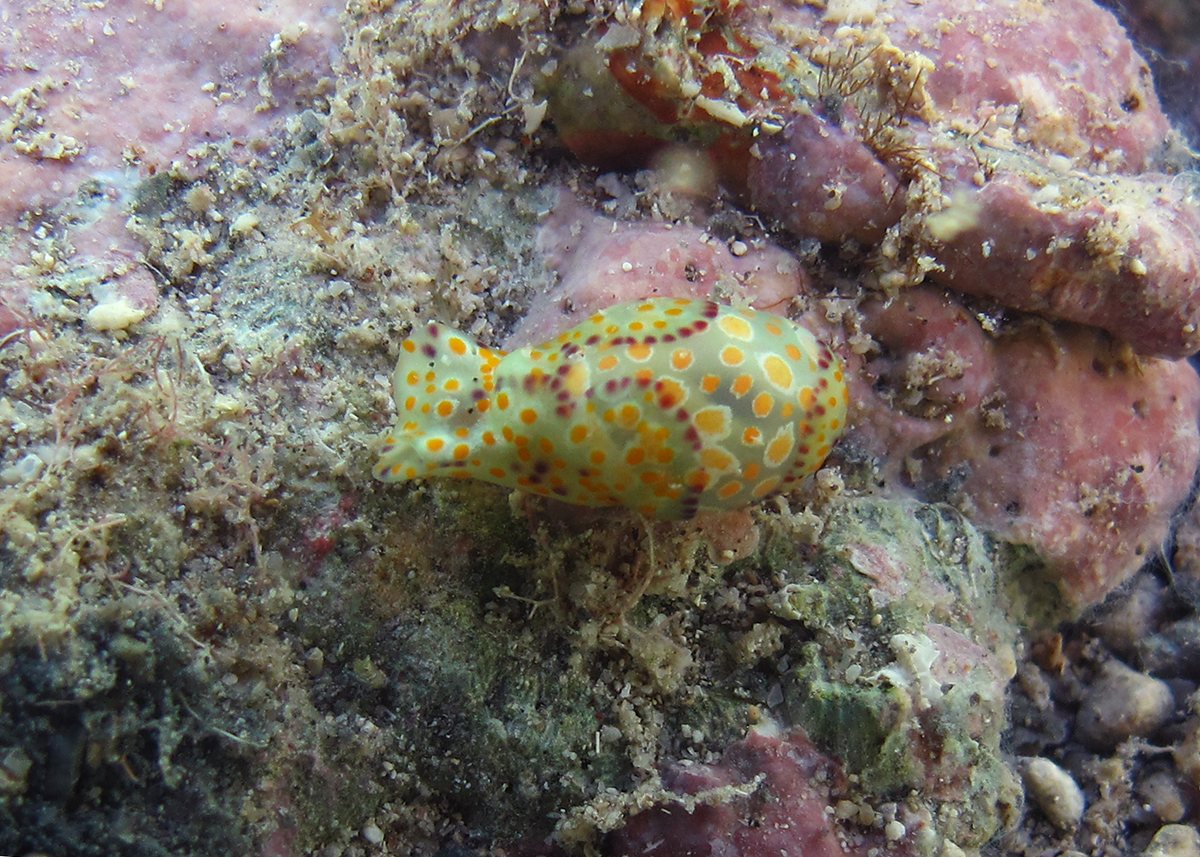
Lamprohaminoea ovalis
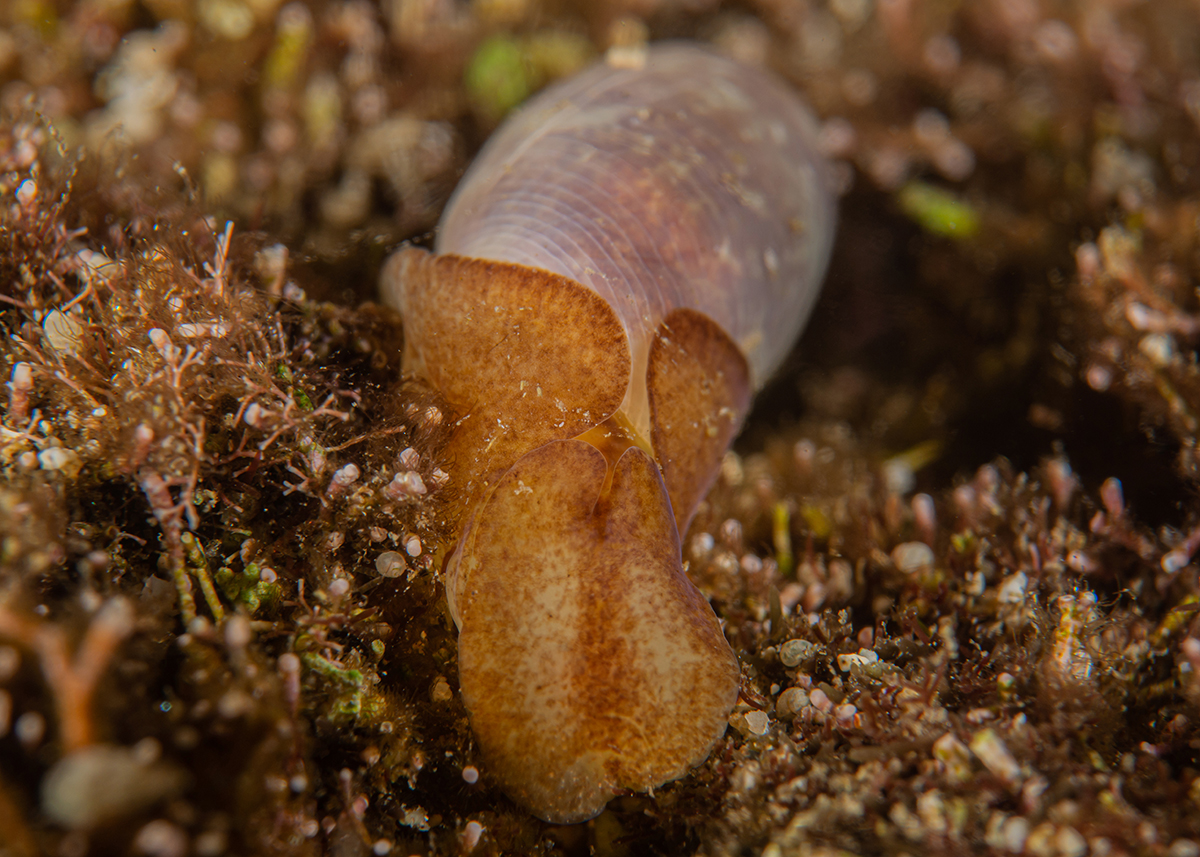
Liloa mongii
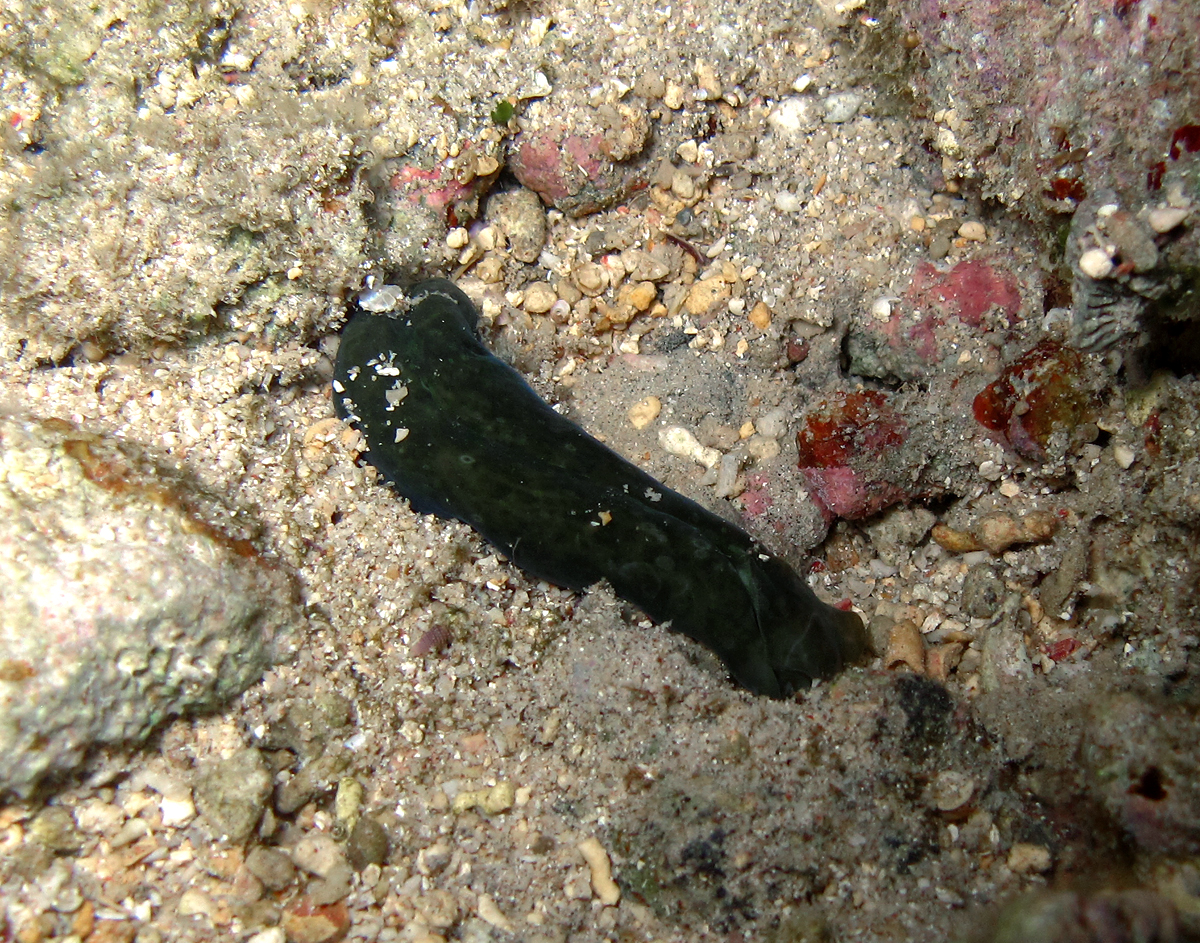
Phanerophtalme de Minicoy (Phanerophthalmus minikoiensis)
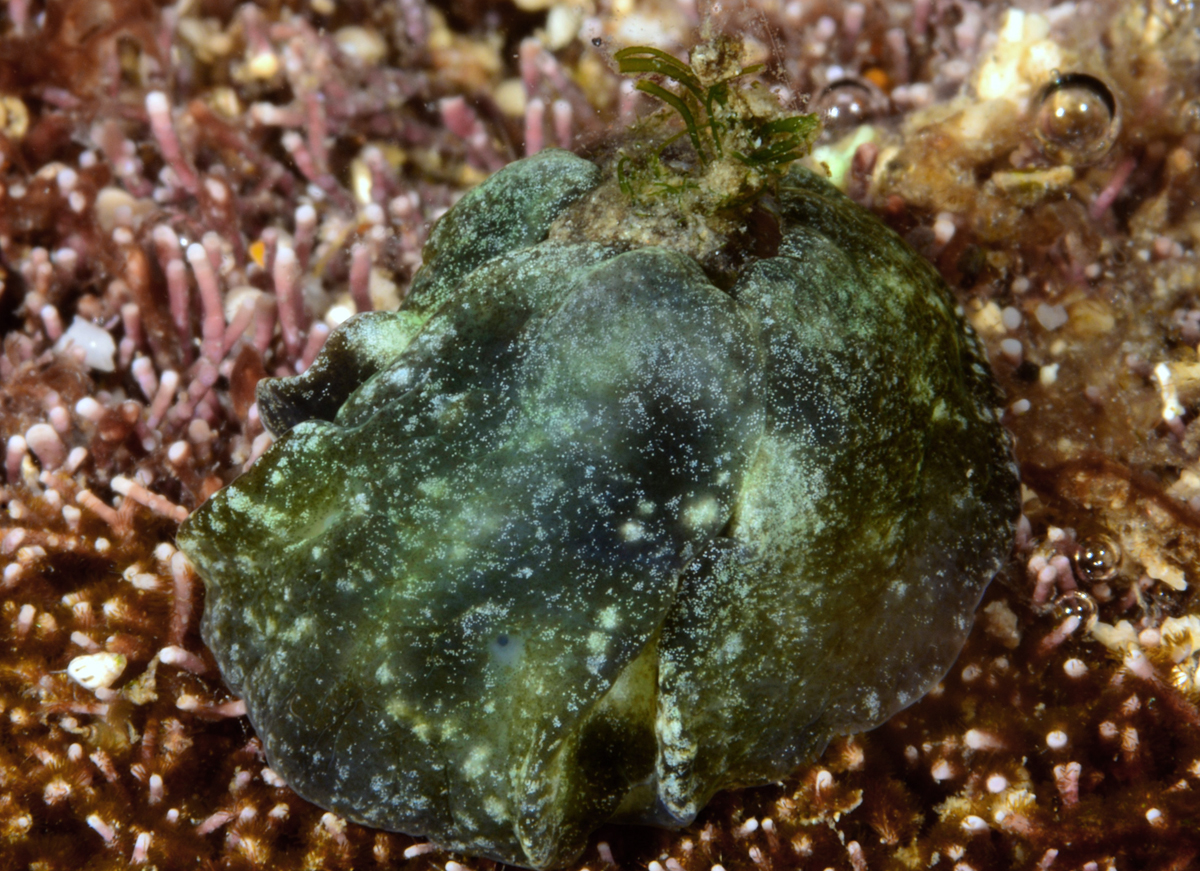
Smaragdinella calyculata
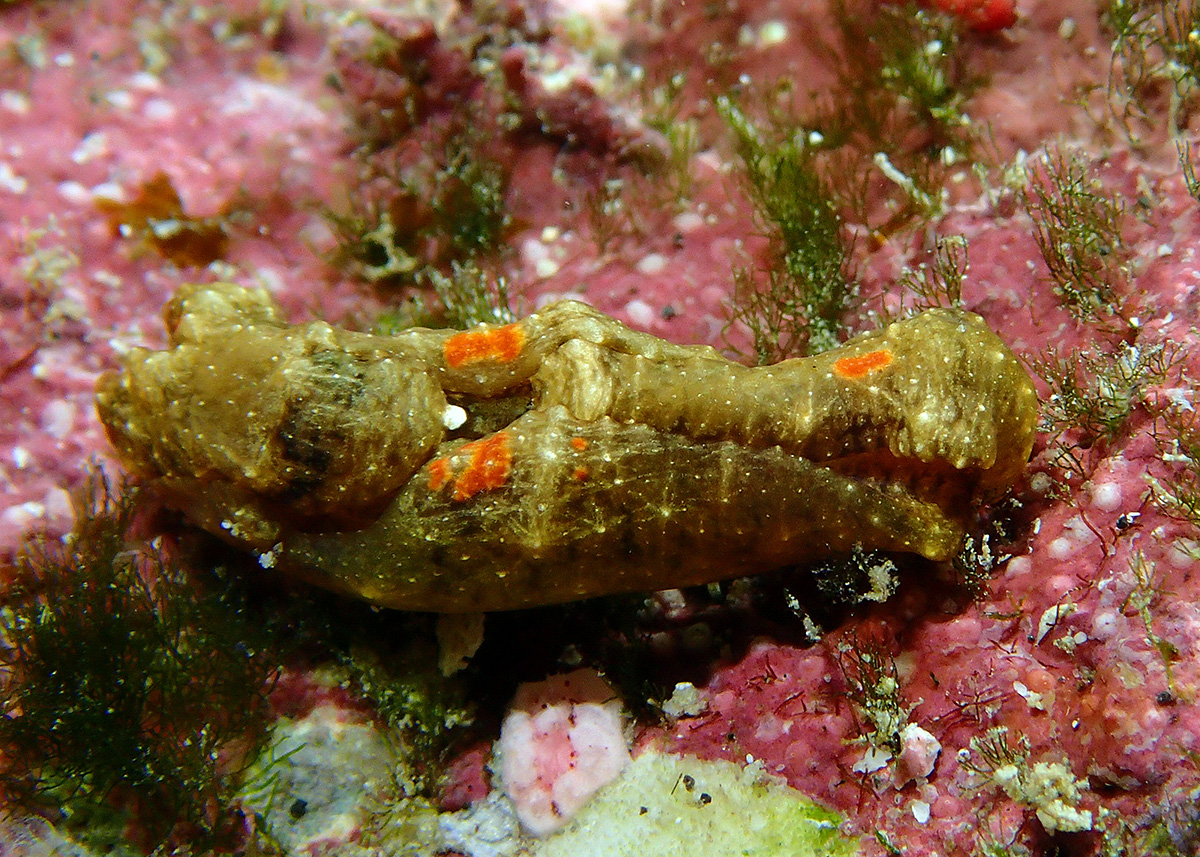
Aglaja sp.
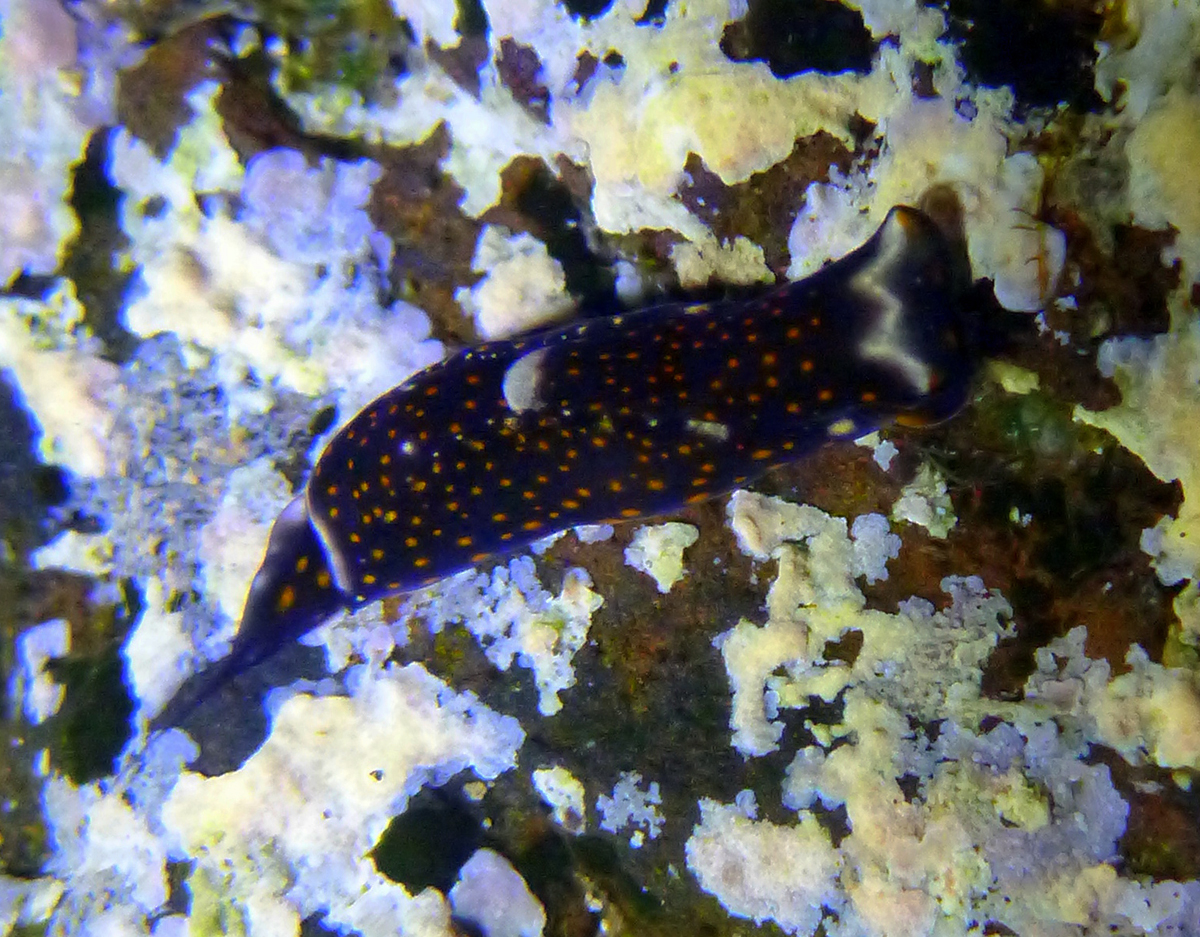
Biuve fulvipunctata
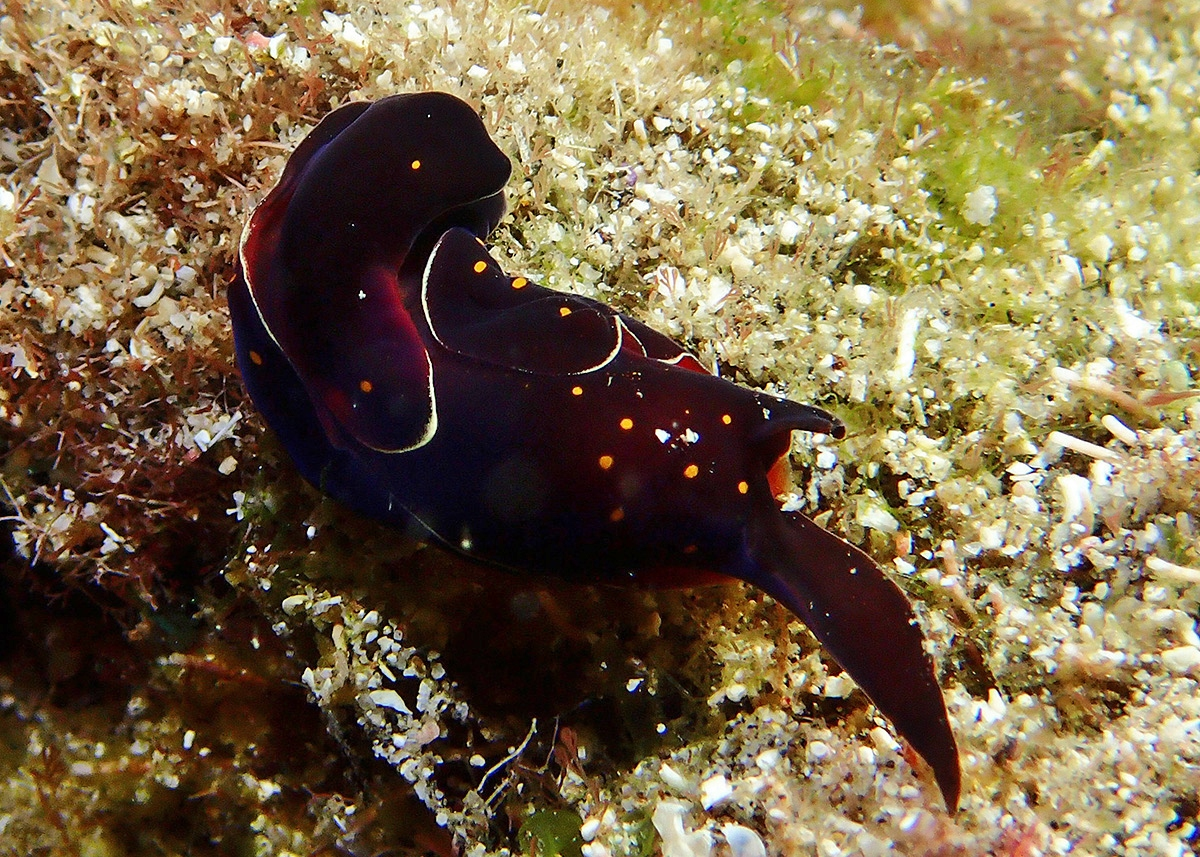
Chélidonure châtaigne (Chelidonura castanea)
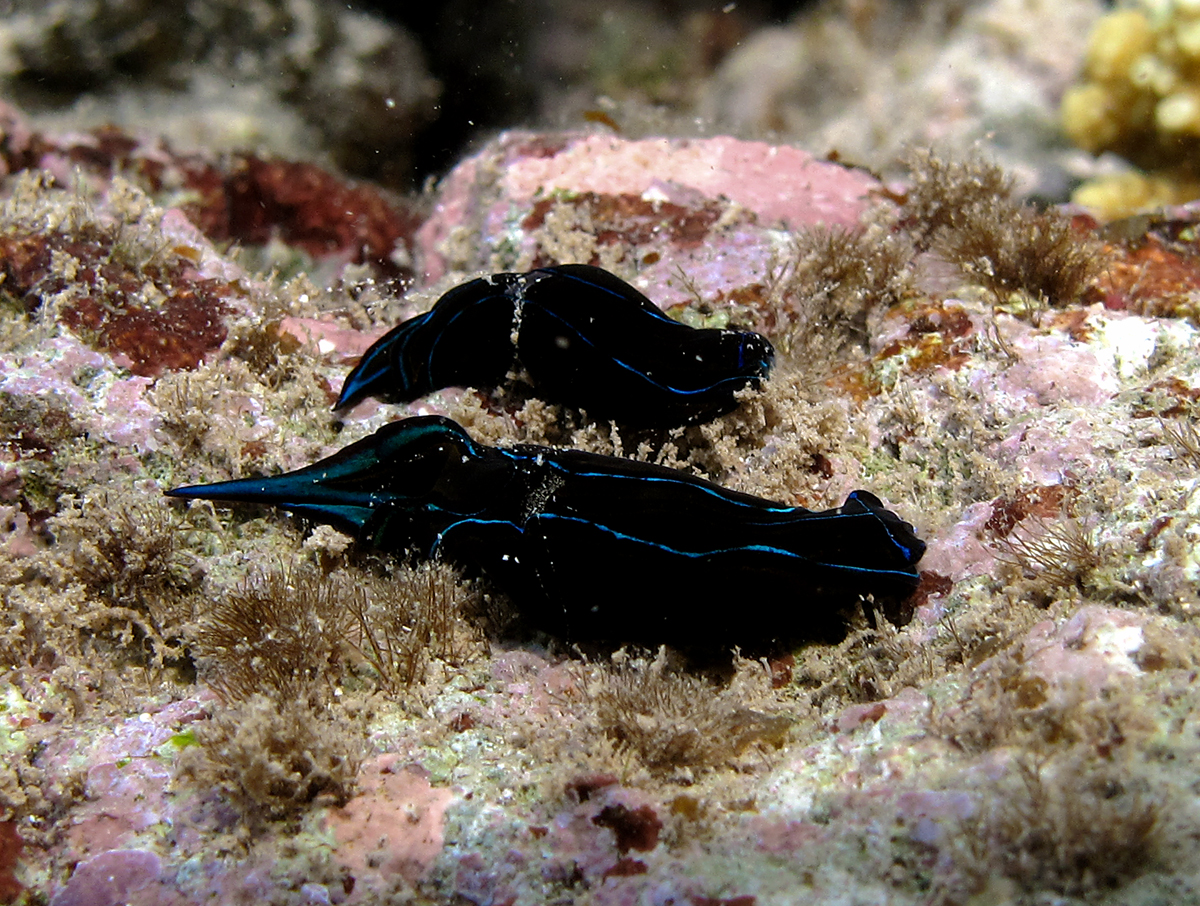
Céphalaspide-sangsue (Chelidonura hirundinina)
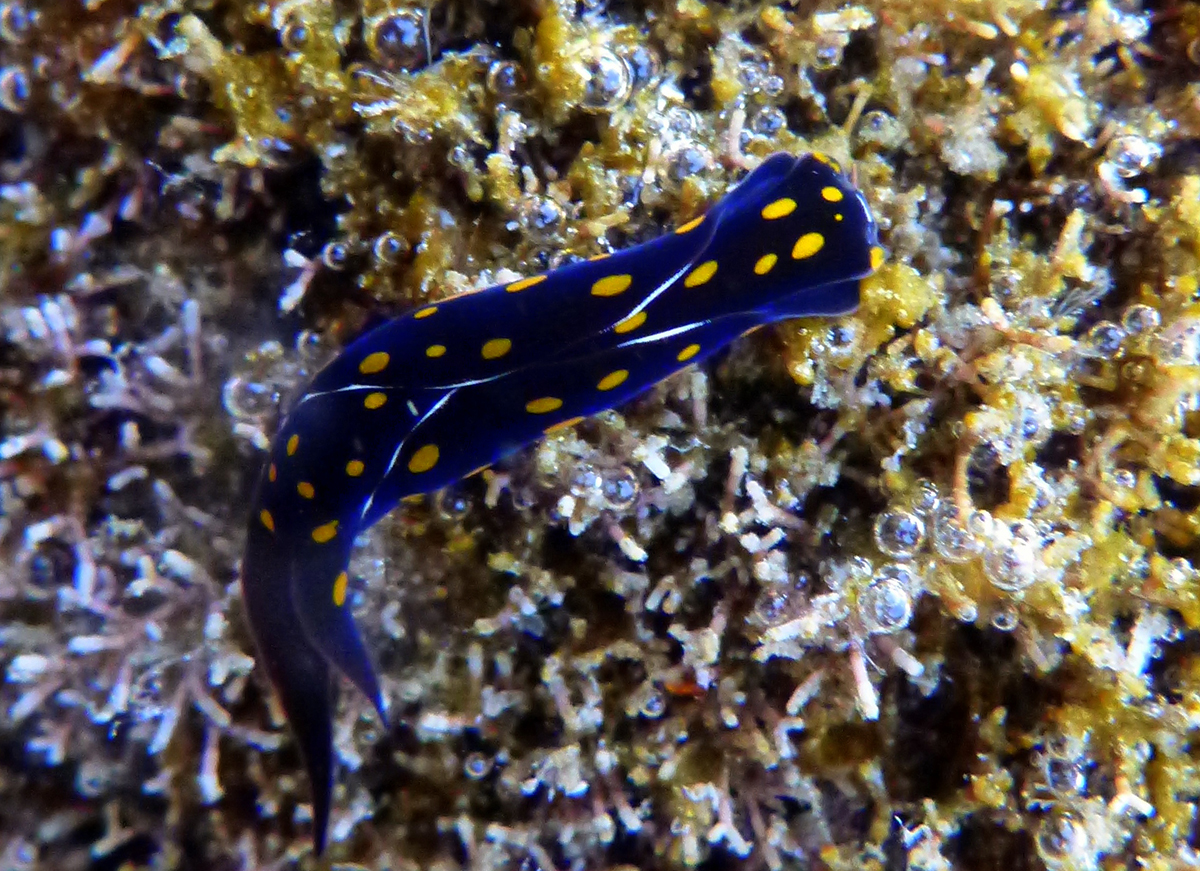
Chélidonure ponctué (Chelidonura punctata)
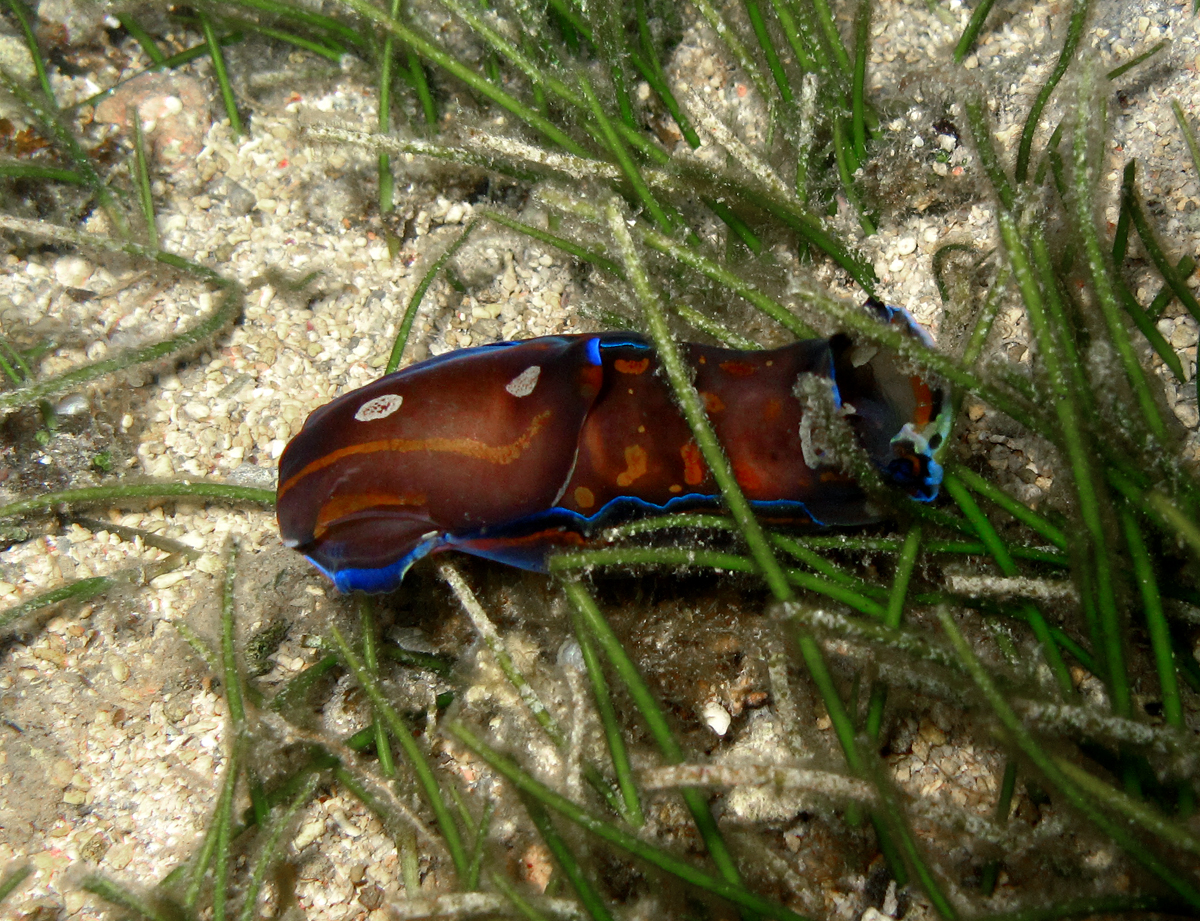
Philinopsis à lignes bleues (Philinopsis speciosa)
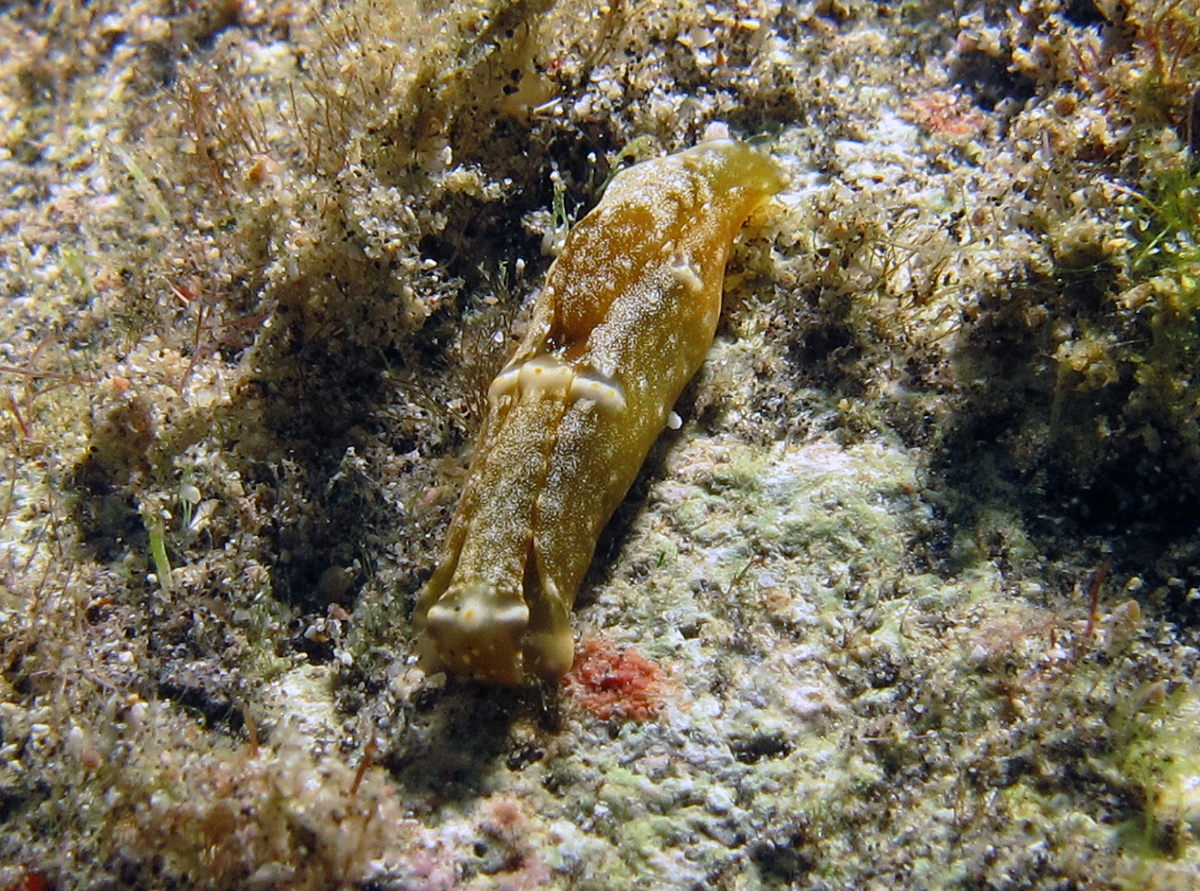
Spinoaglaja orientalis
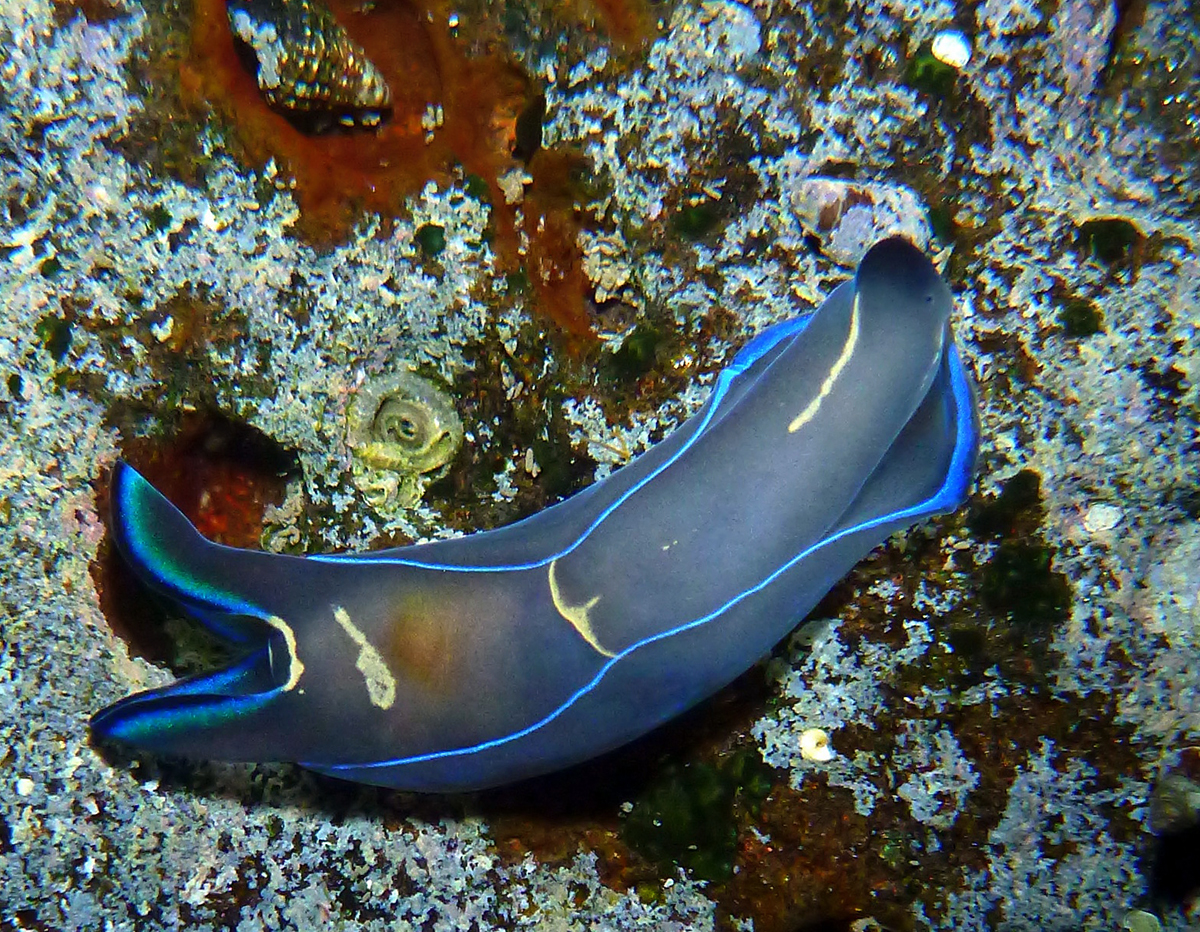
Tubulophilinopsis gardineri
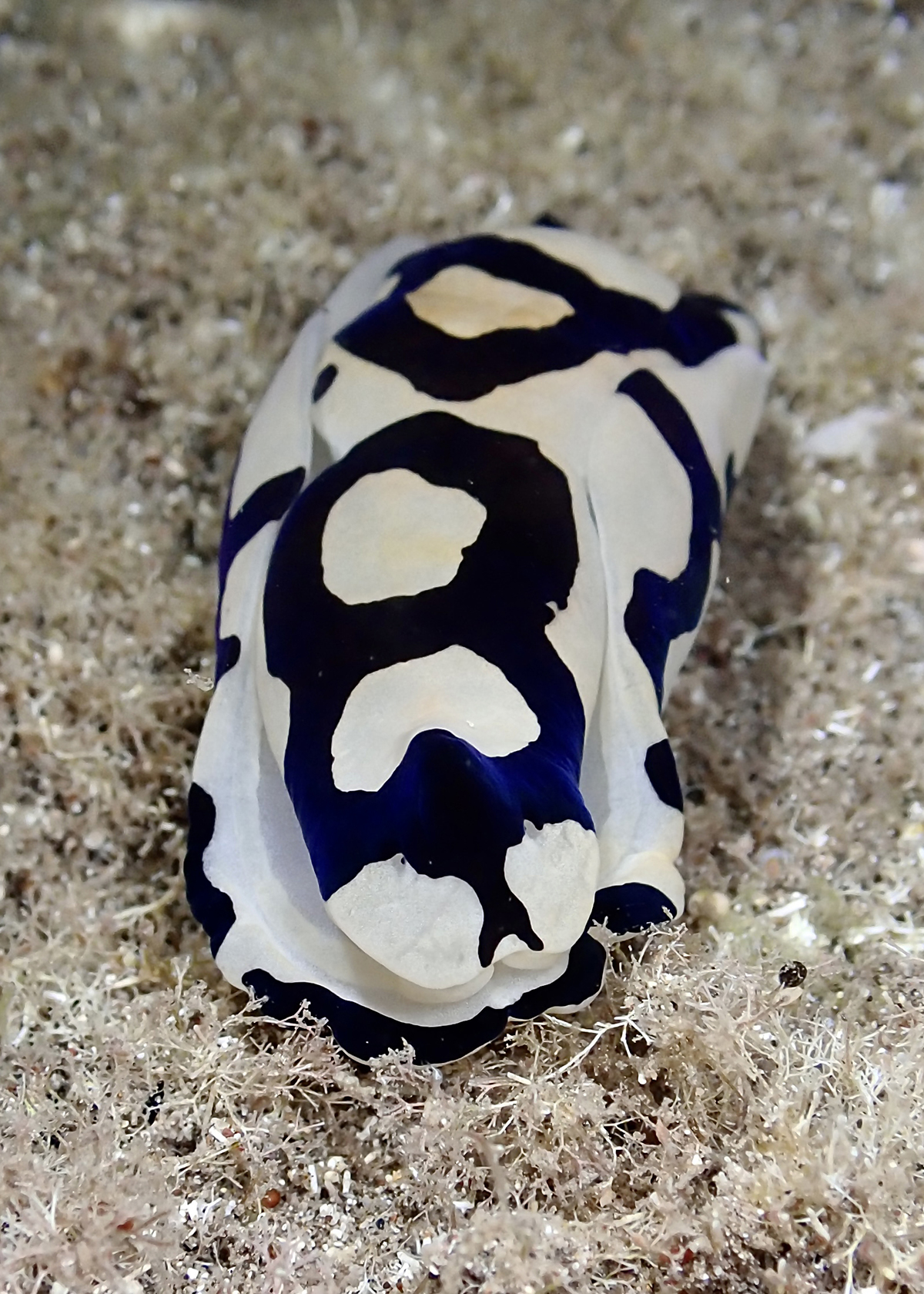
Tubulophilinopsis pilsbryi
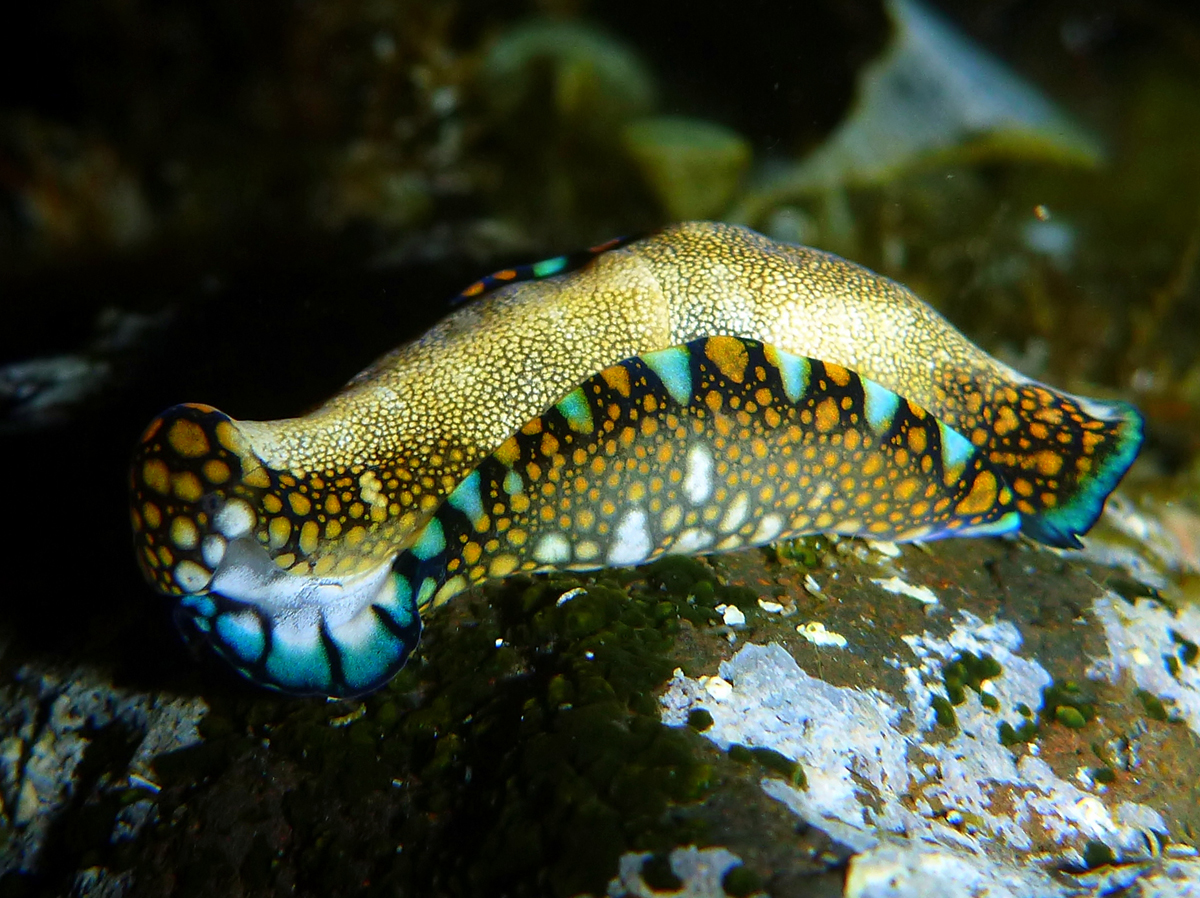
Tubulophilinopsis reticulata
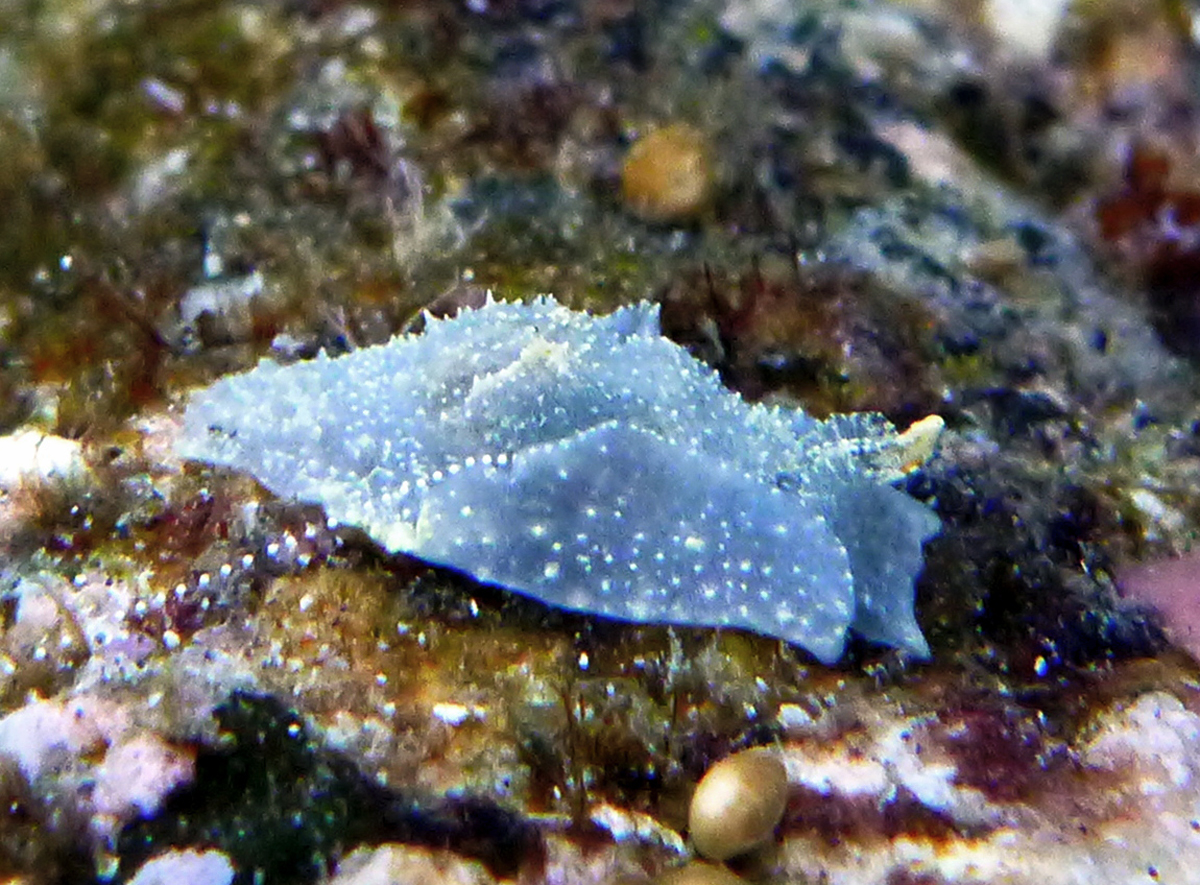
Sagaminopteron nigropunctatum
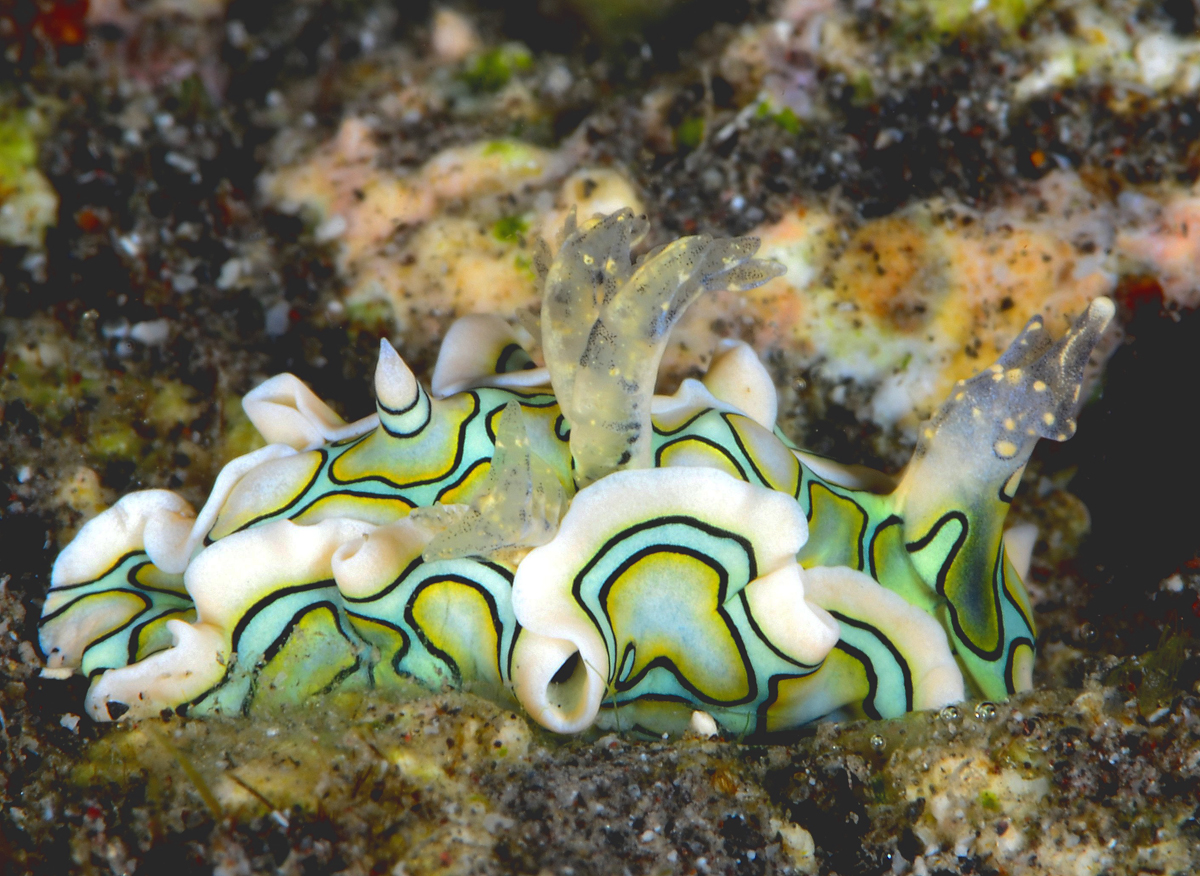
Sagaminopteron psychedelicum
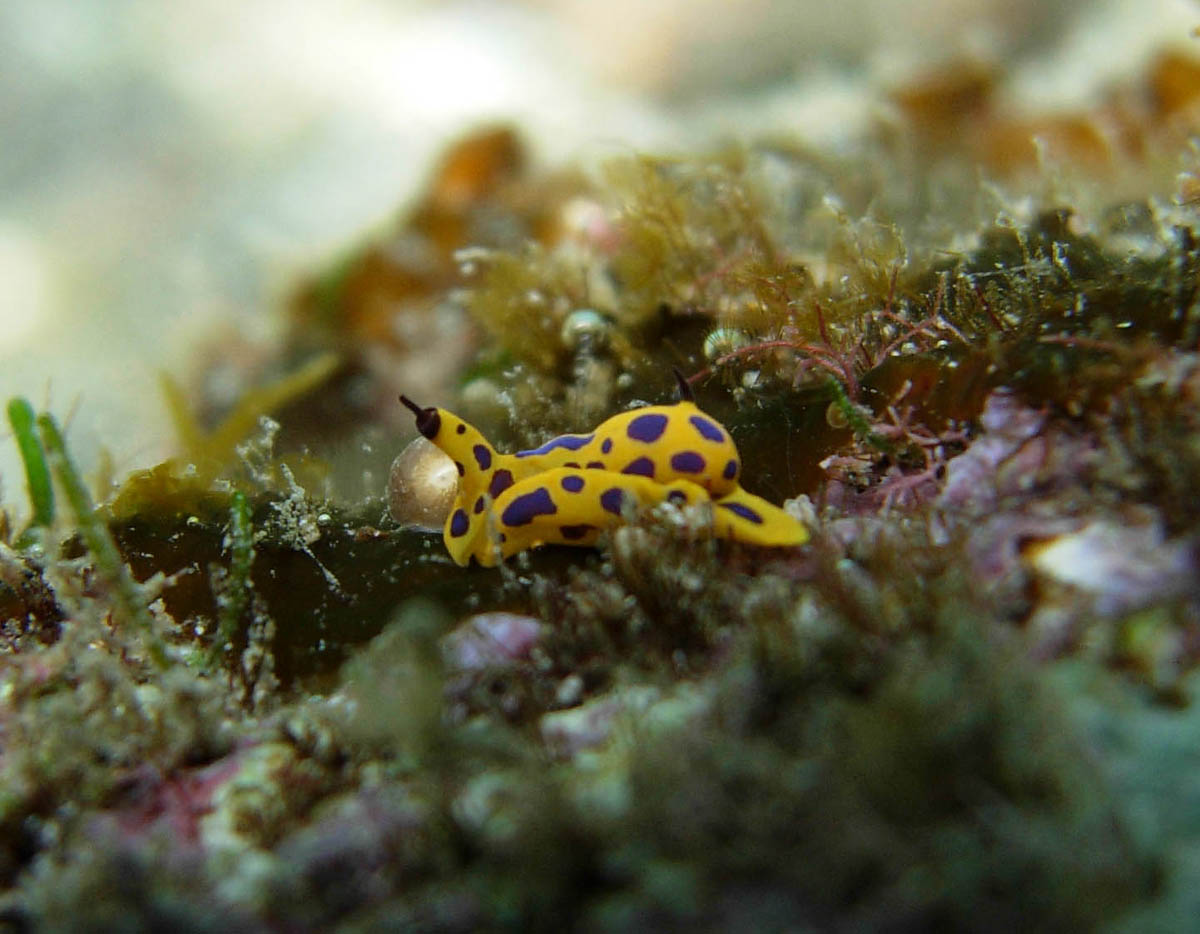
Siphopteron michaeli
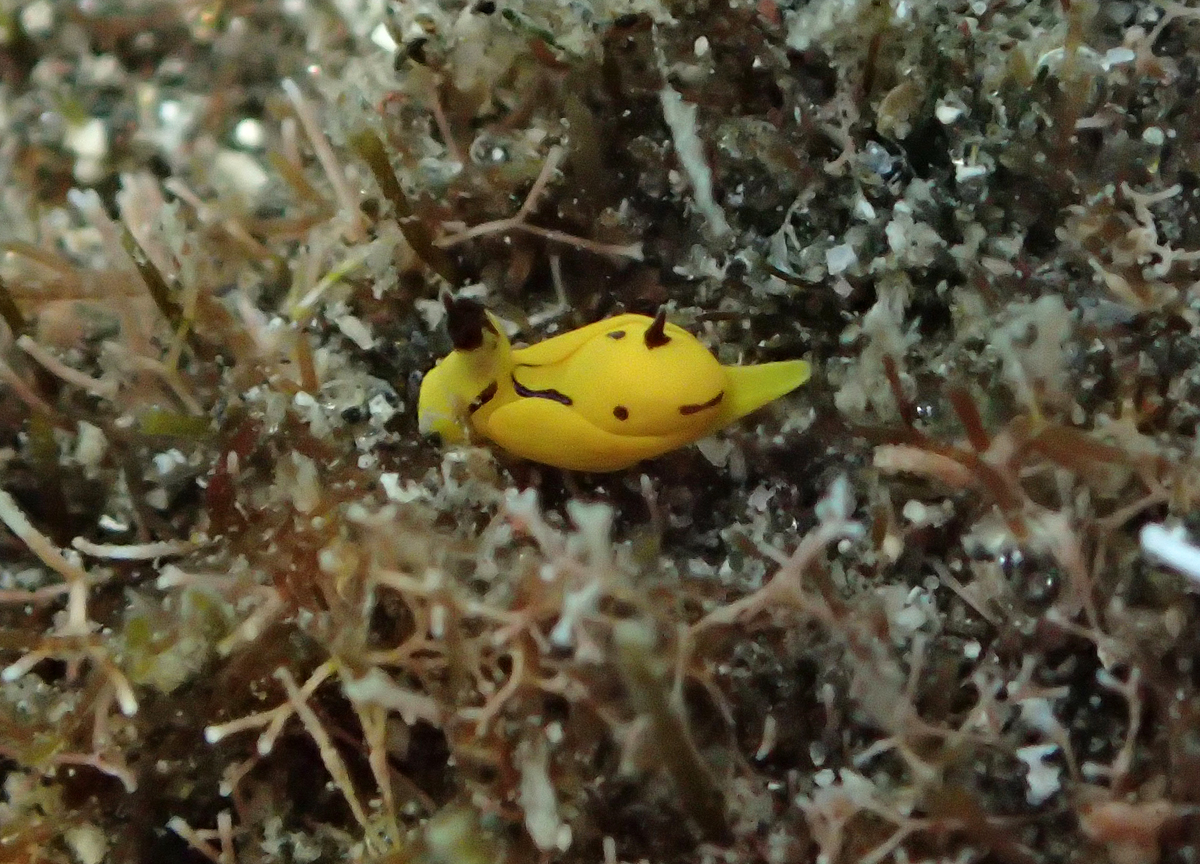
Siphopteron sp.
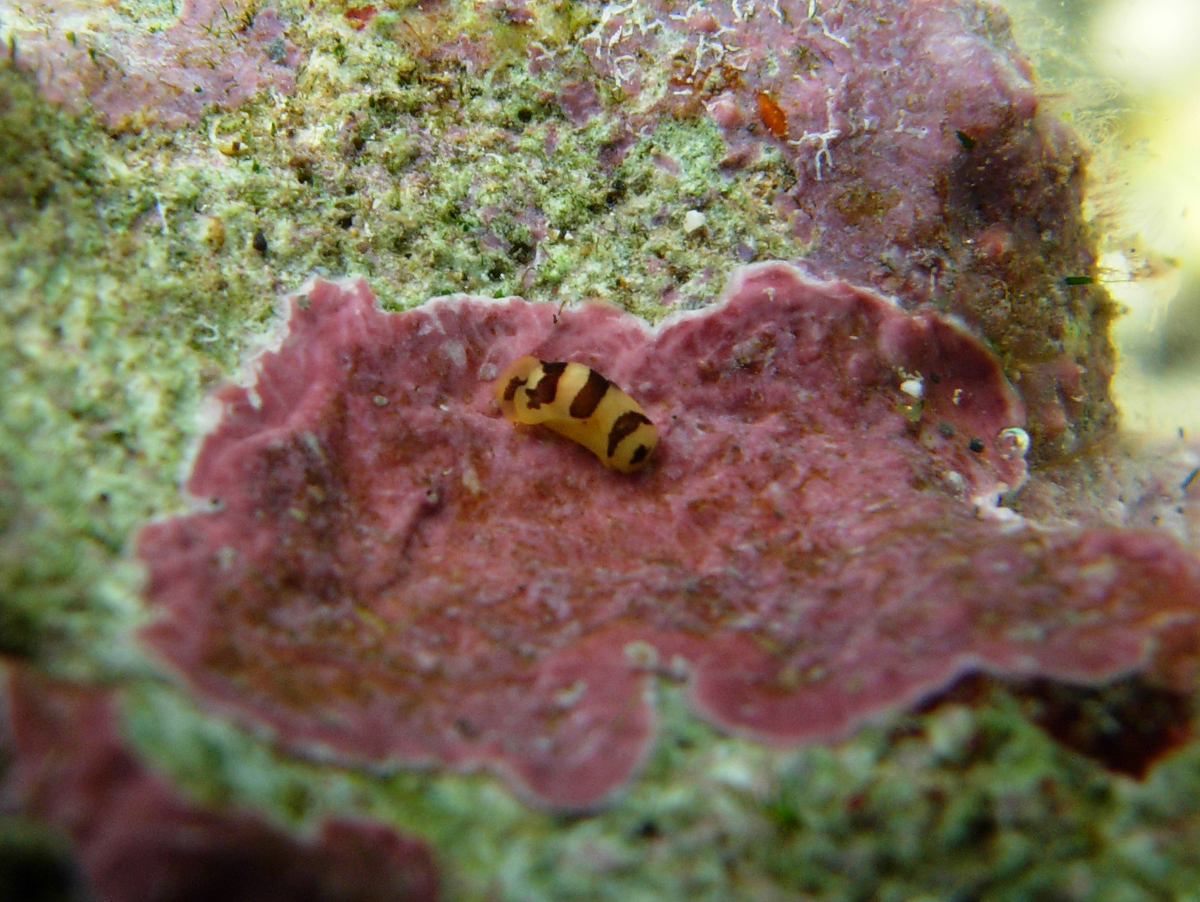
Philine orca
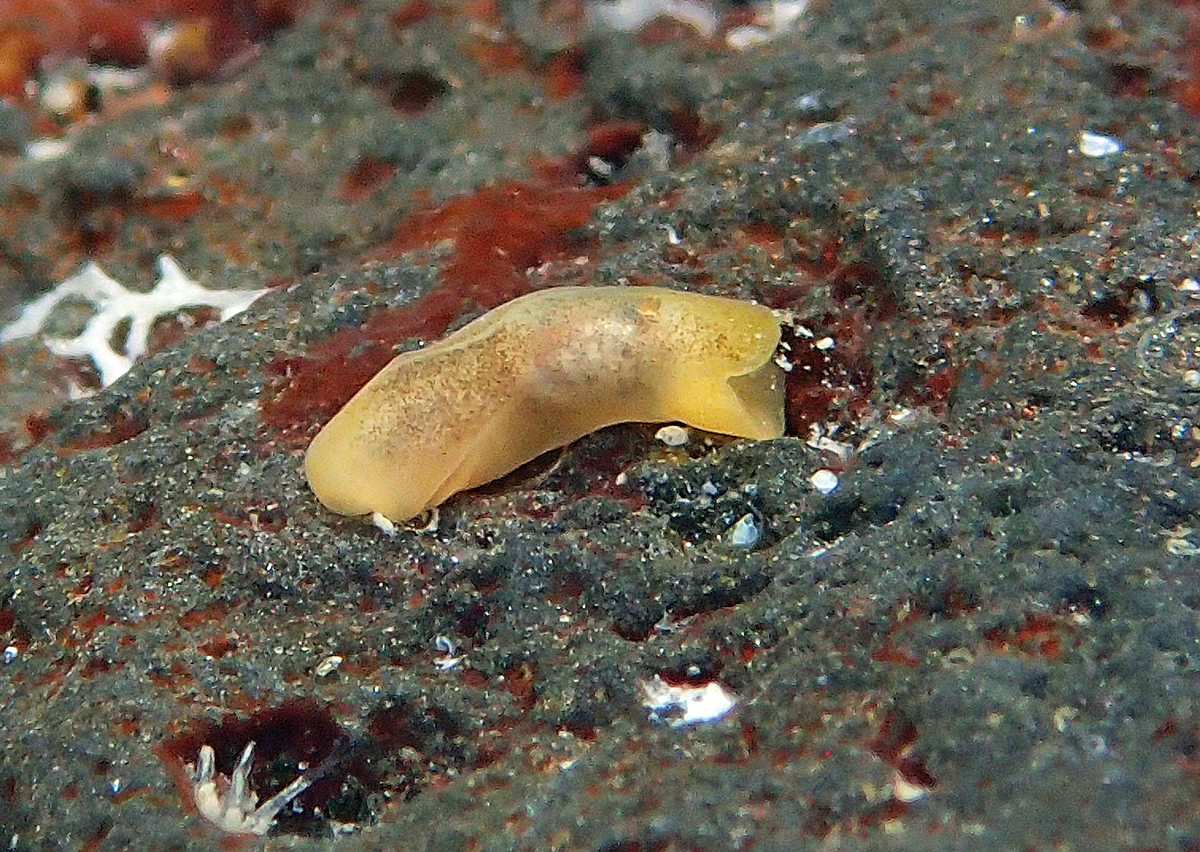
Philine rubrata

#### Pleurobranches

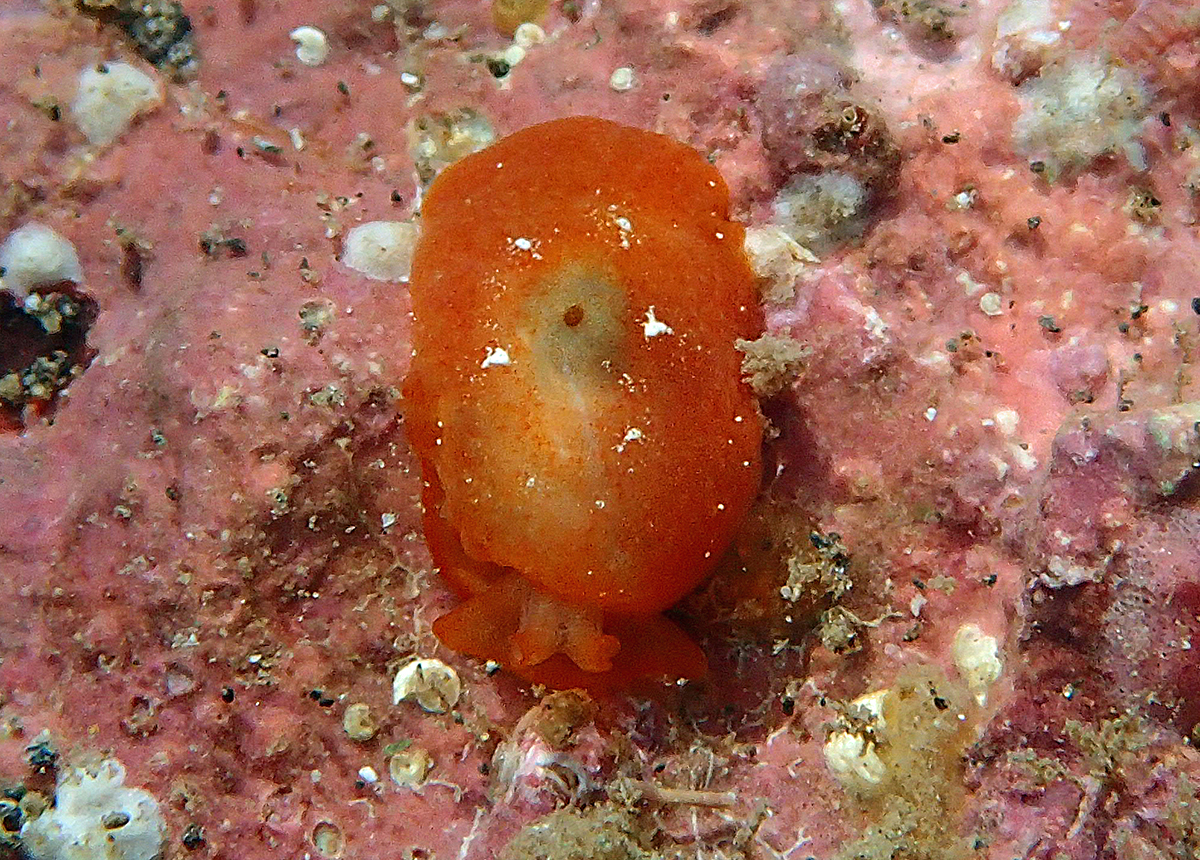
Berthella caledonica
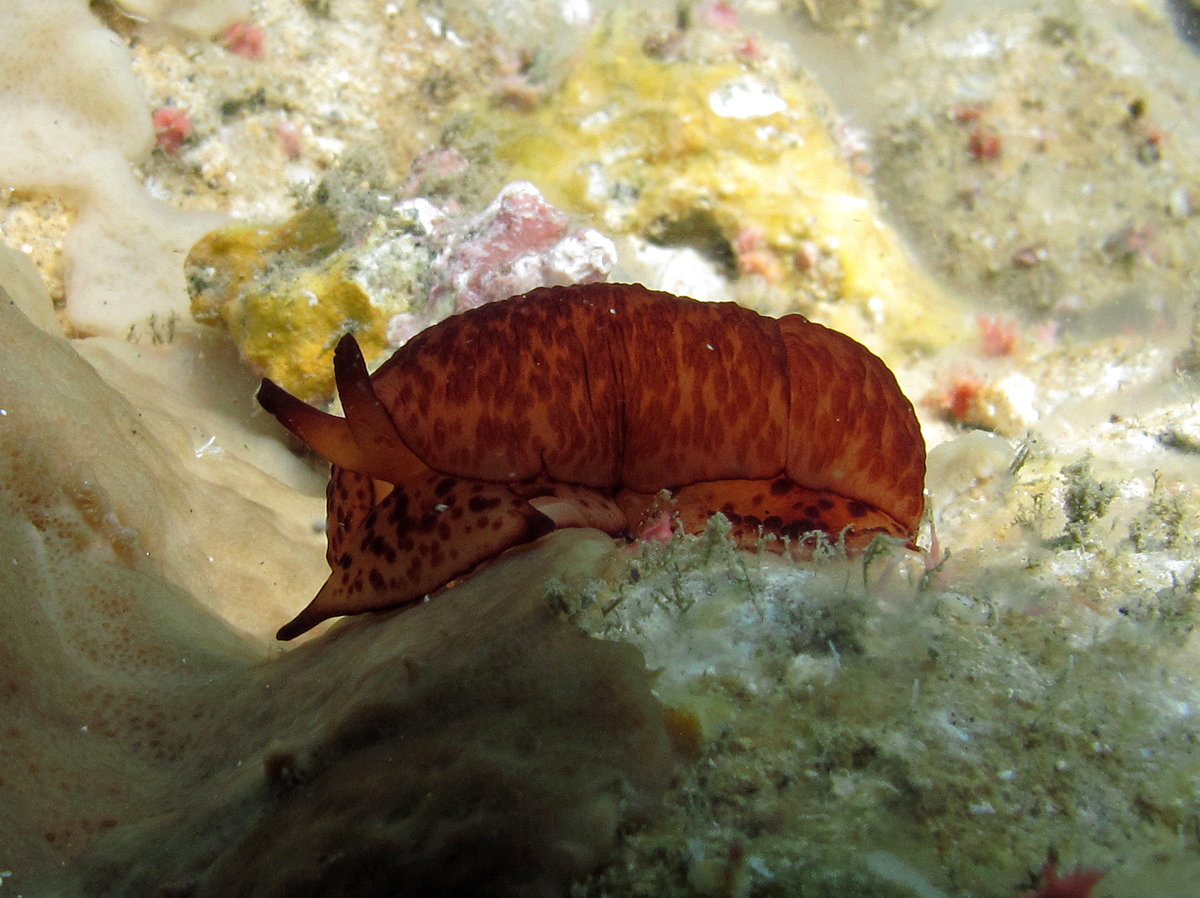
Berthella martensi
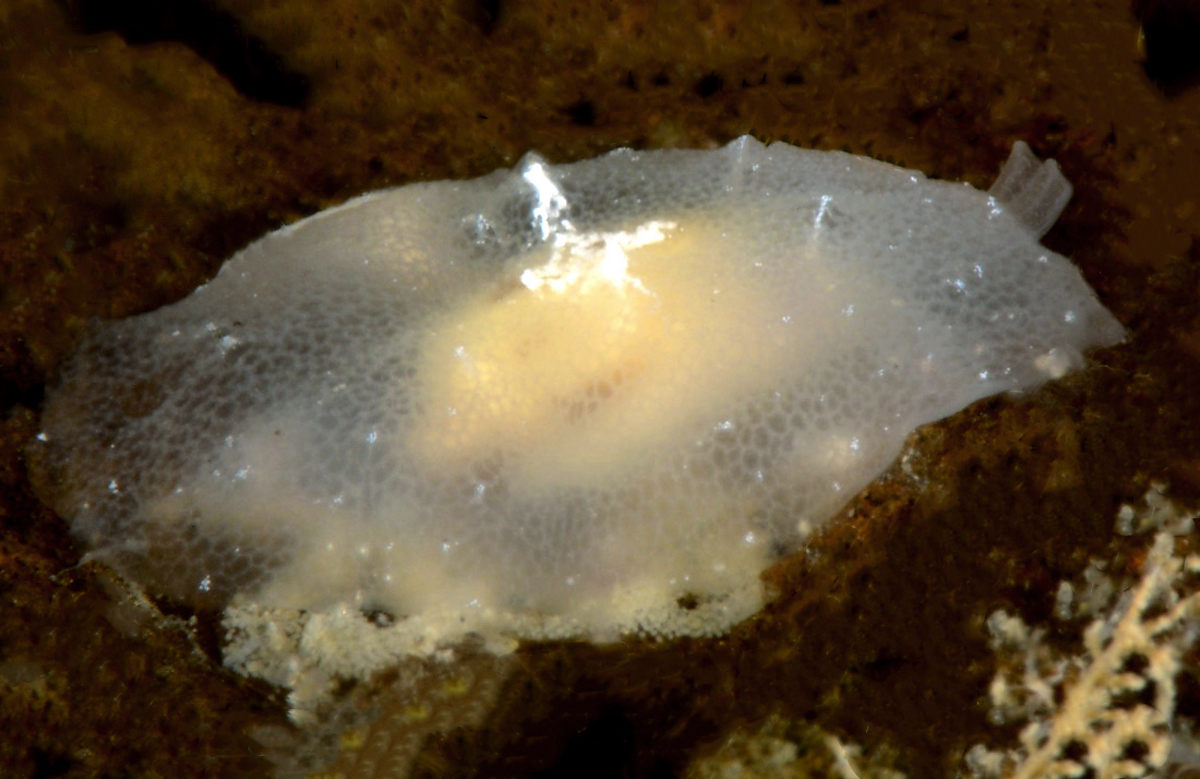
Berthella stellata
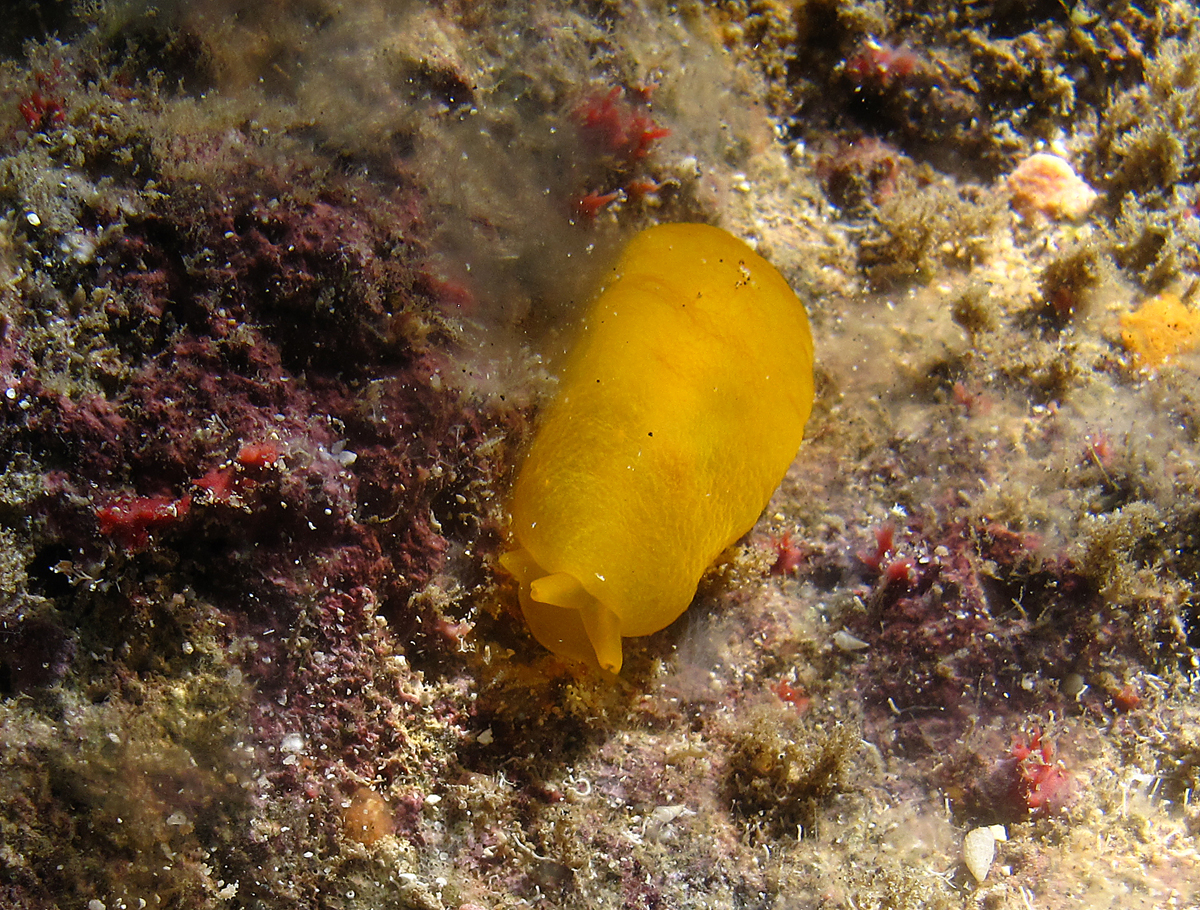
Une berthelline (Berthellina sp.)
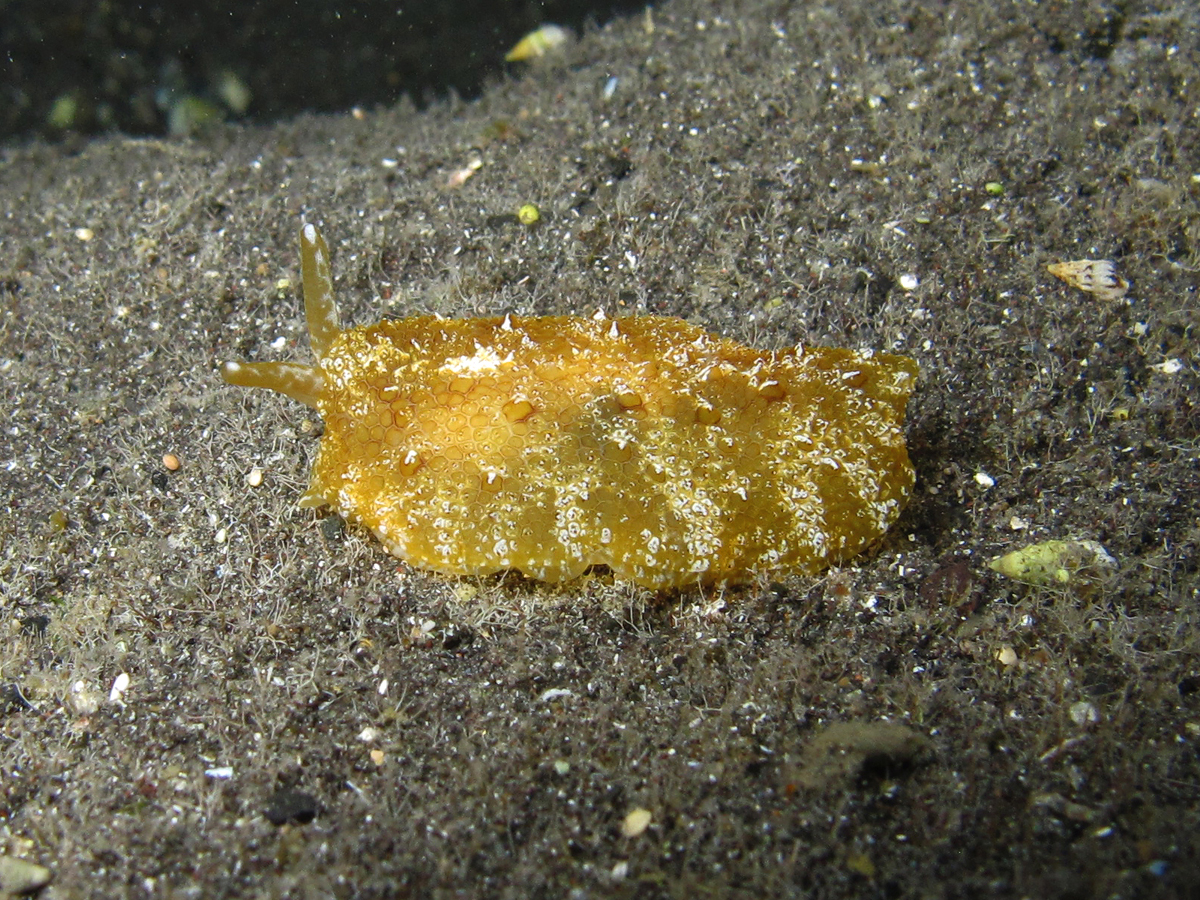
Pleurobranchus albiguttatus
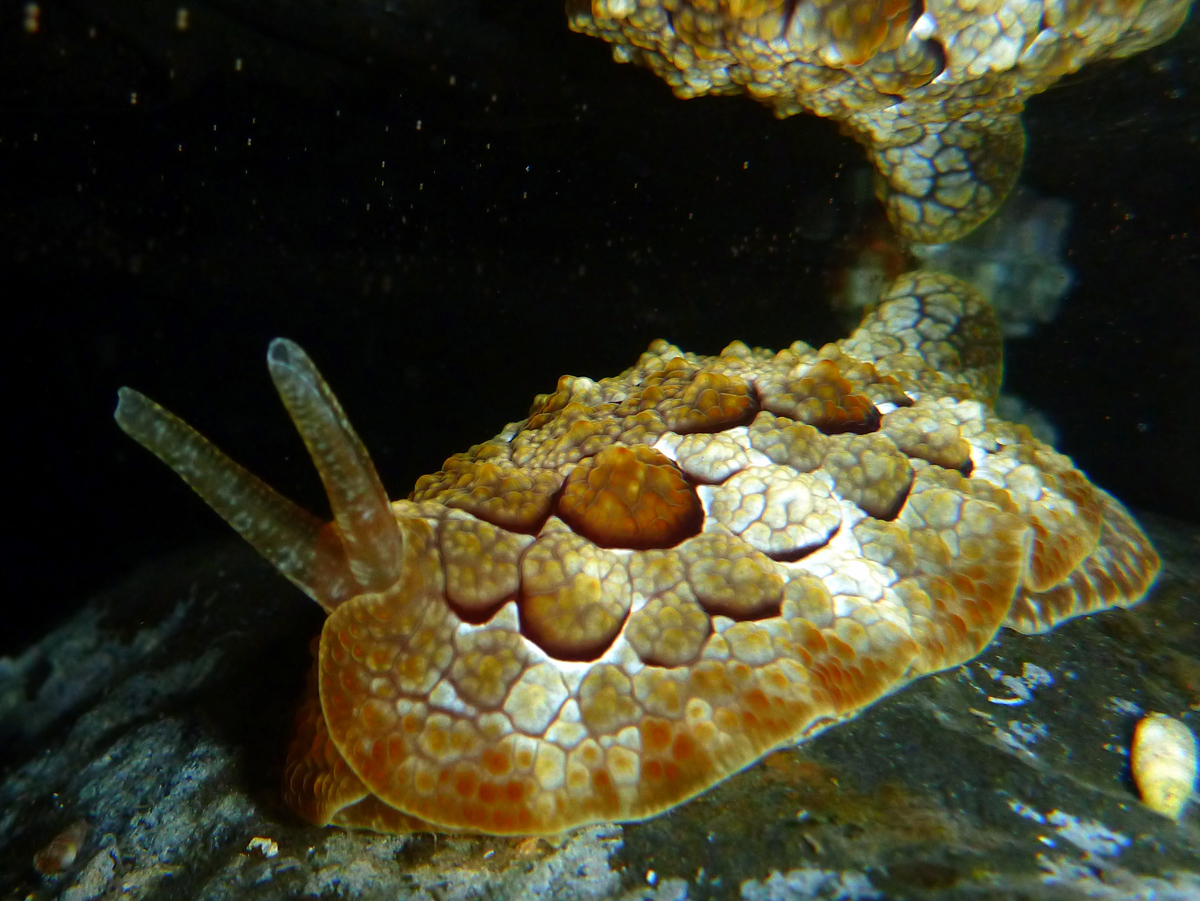
Pleurobranchus forskalii
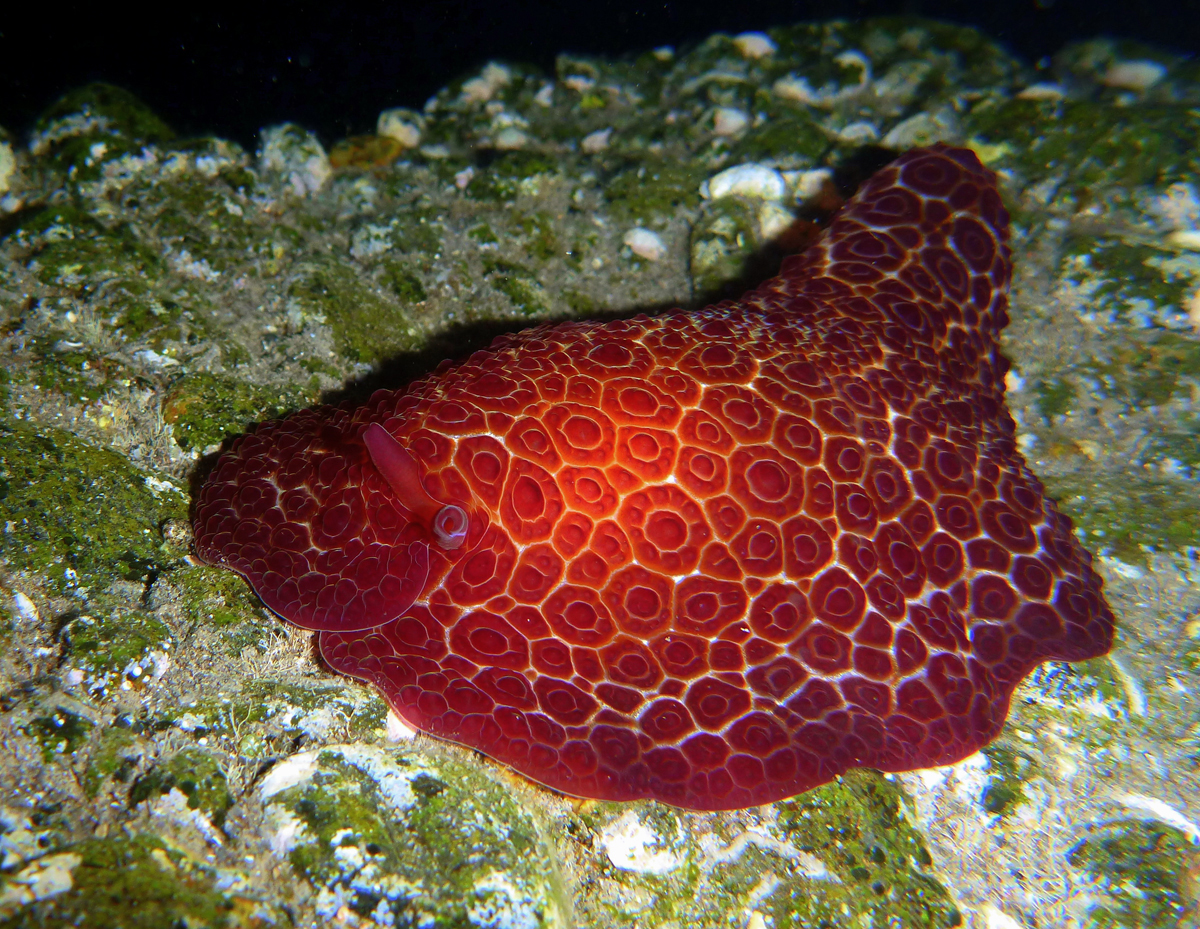
Pleurobranchus grandis
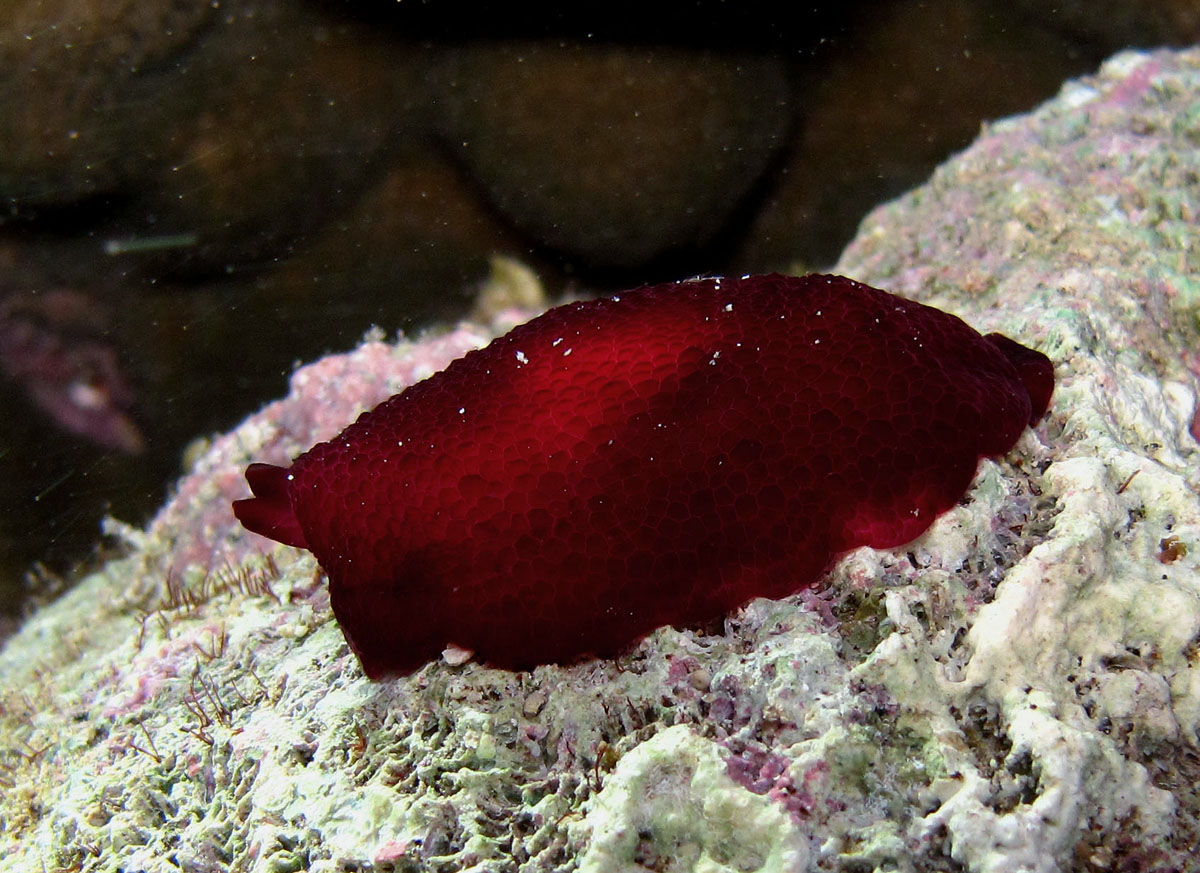
Pleurobranchus peronii

#### Sacoglosses

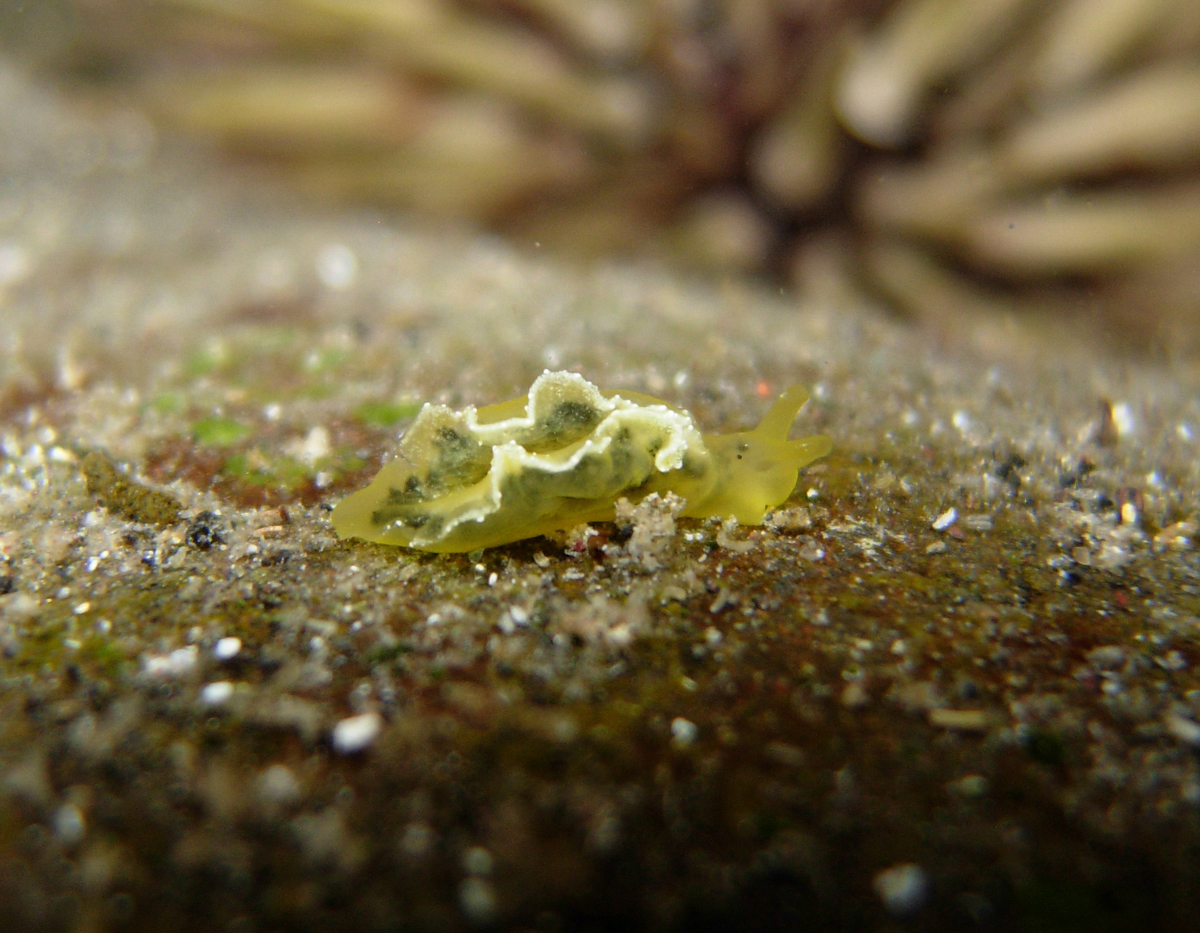
Elysia obtusa
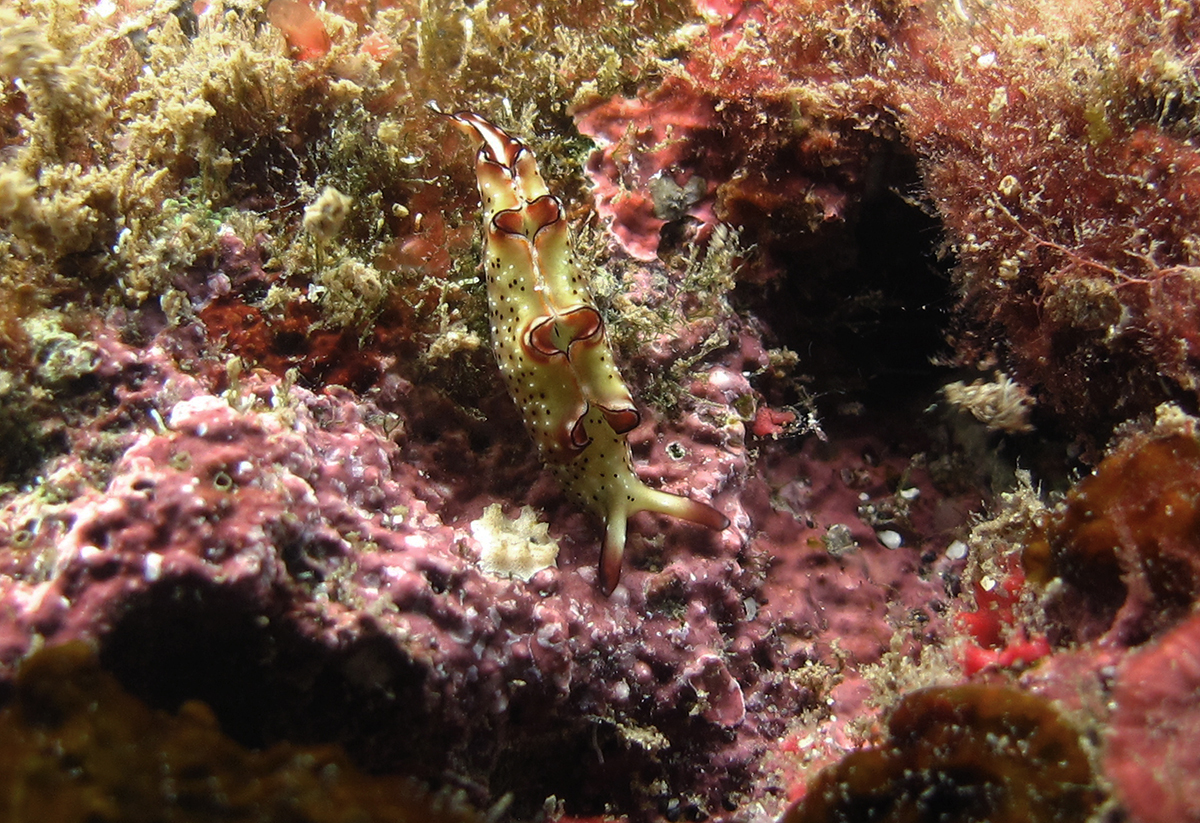
Elysia marginata
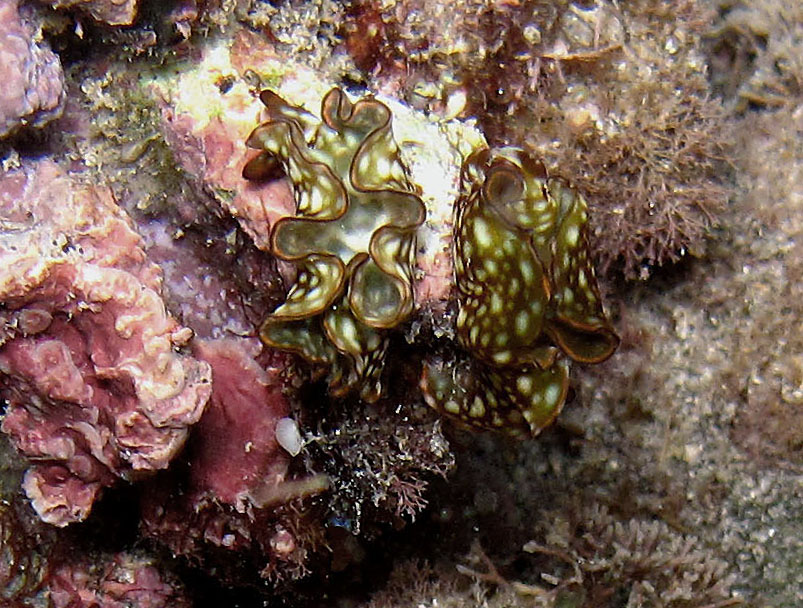
Elysia rufescens
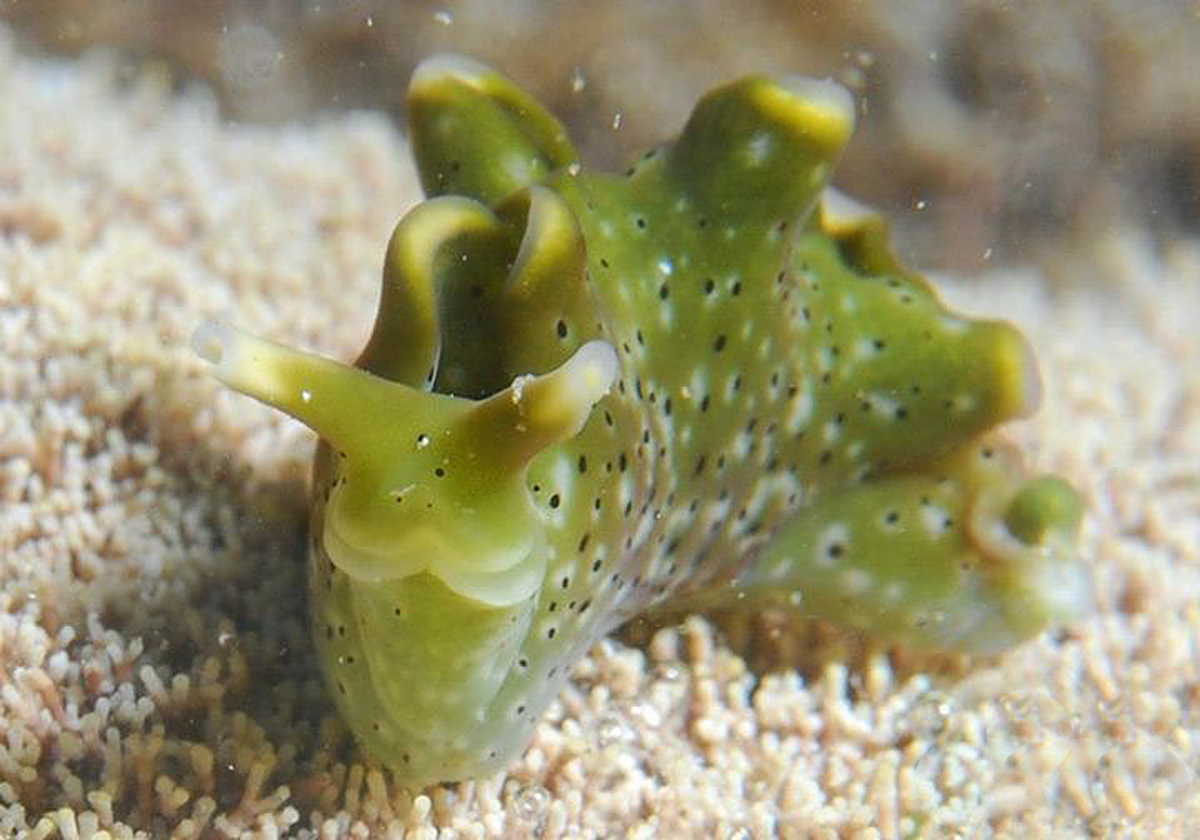
Elysia punctata
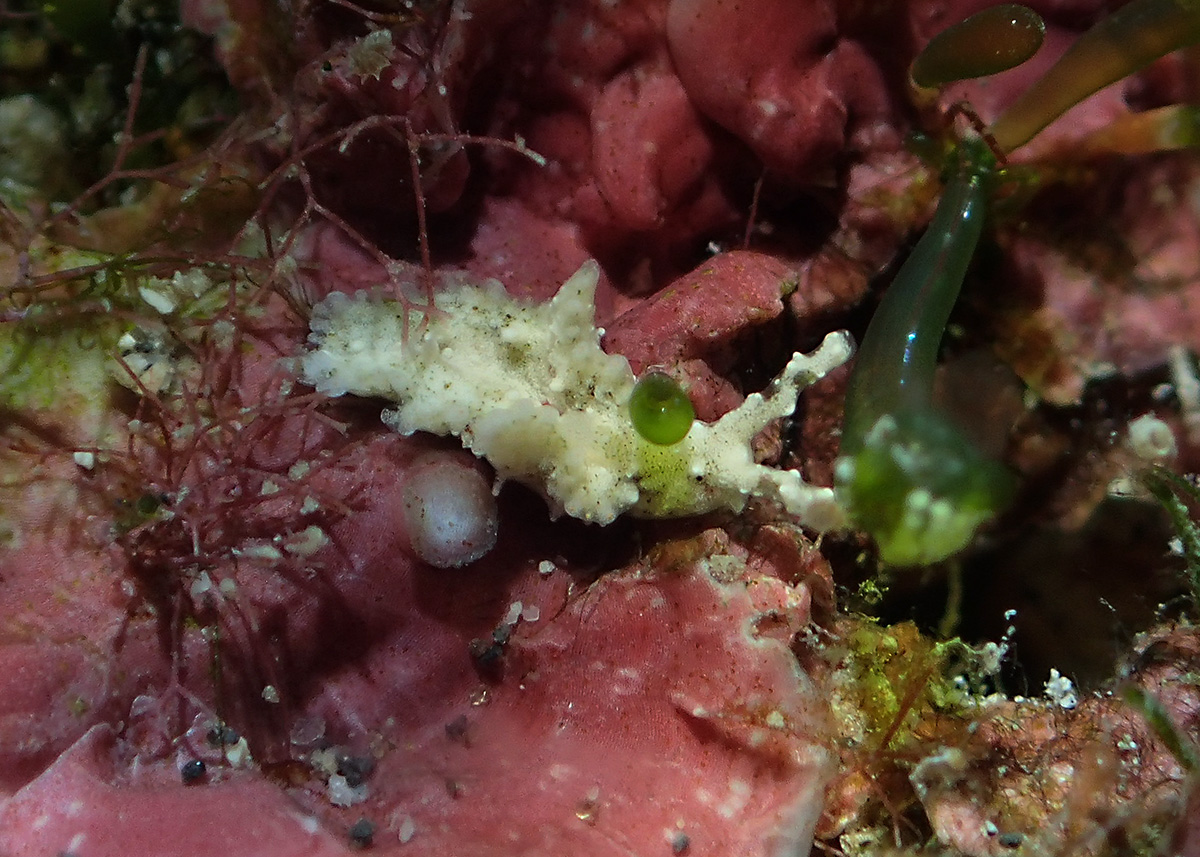
Elysia sp.
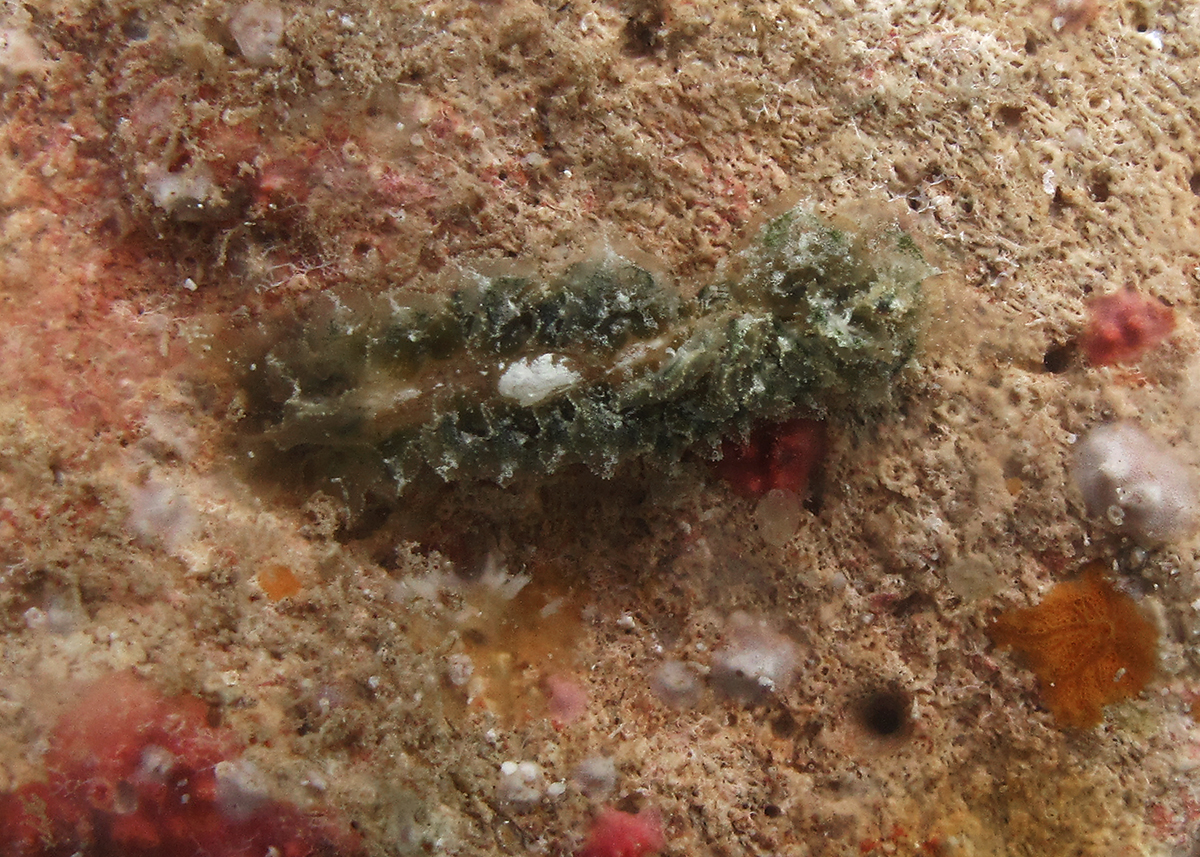
Polybranchia orientalis
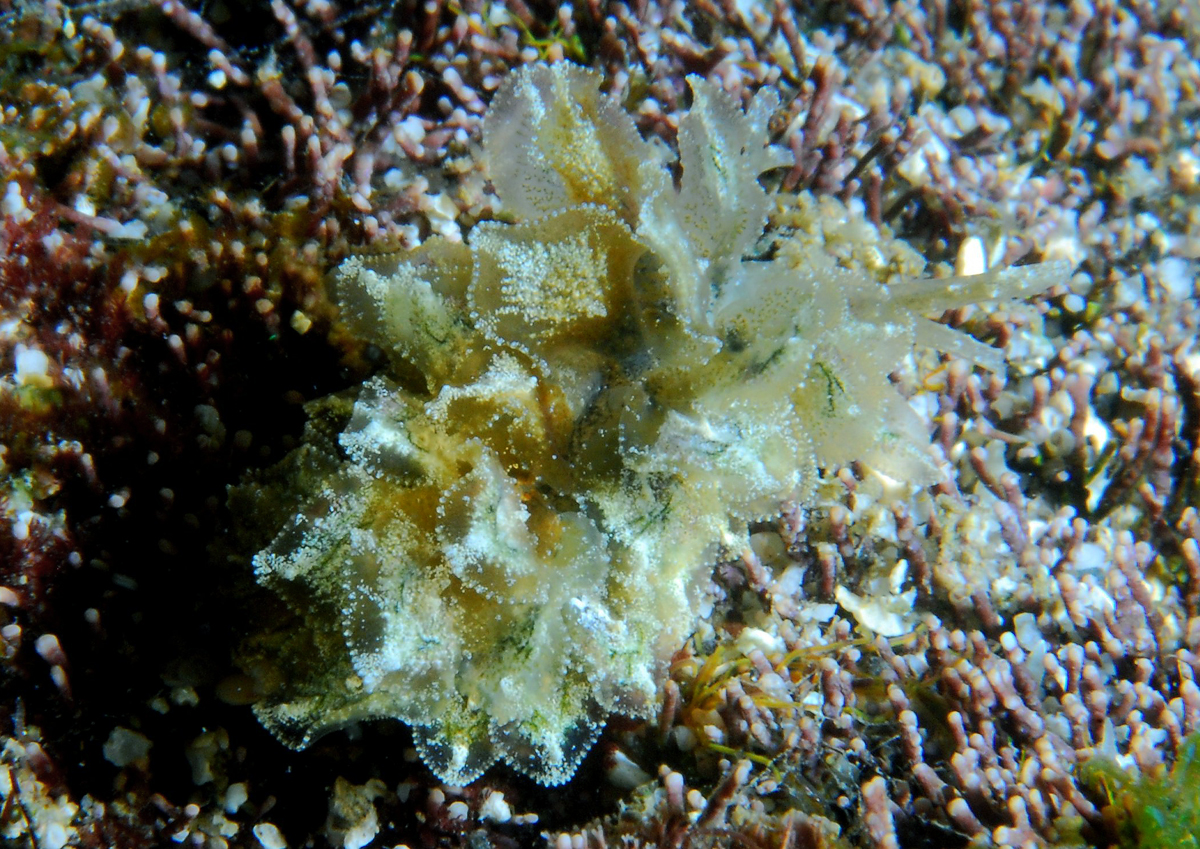
Polybranchia samanthae
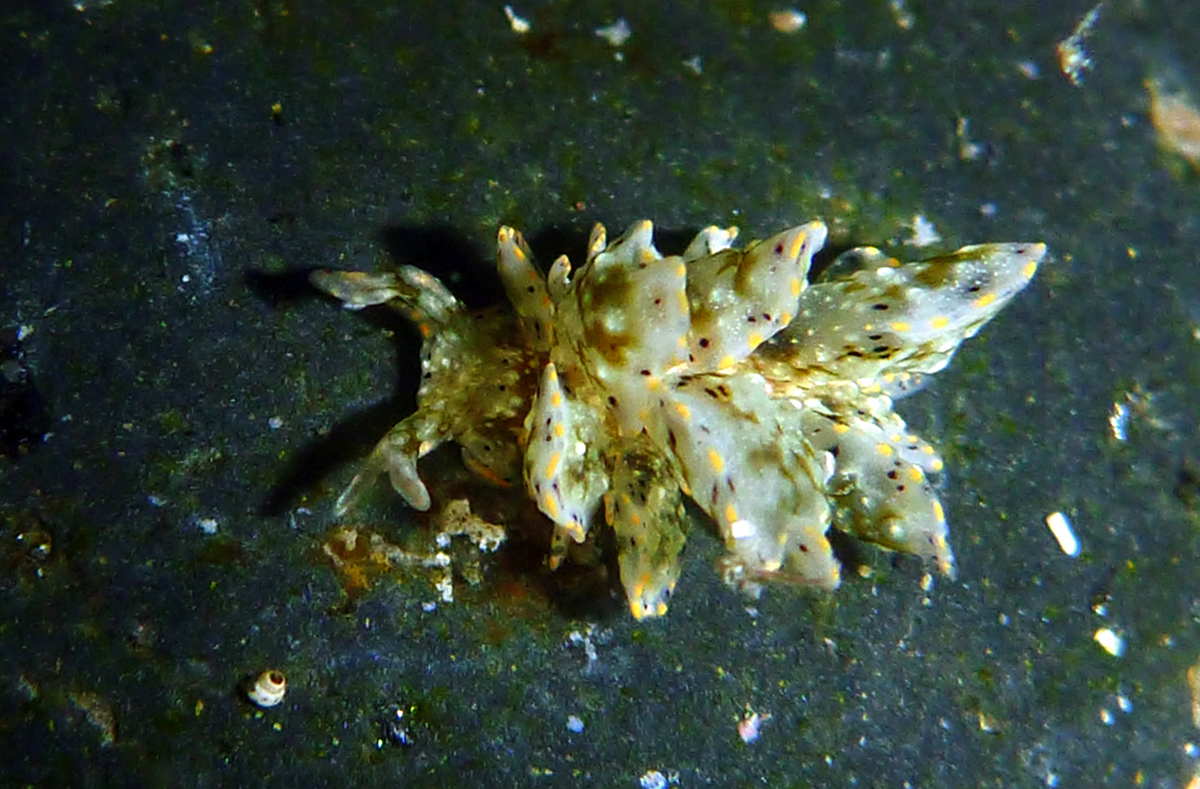
Un cyerce multicolore (Cyerce bourbonica)
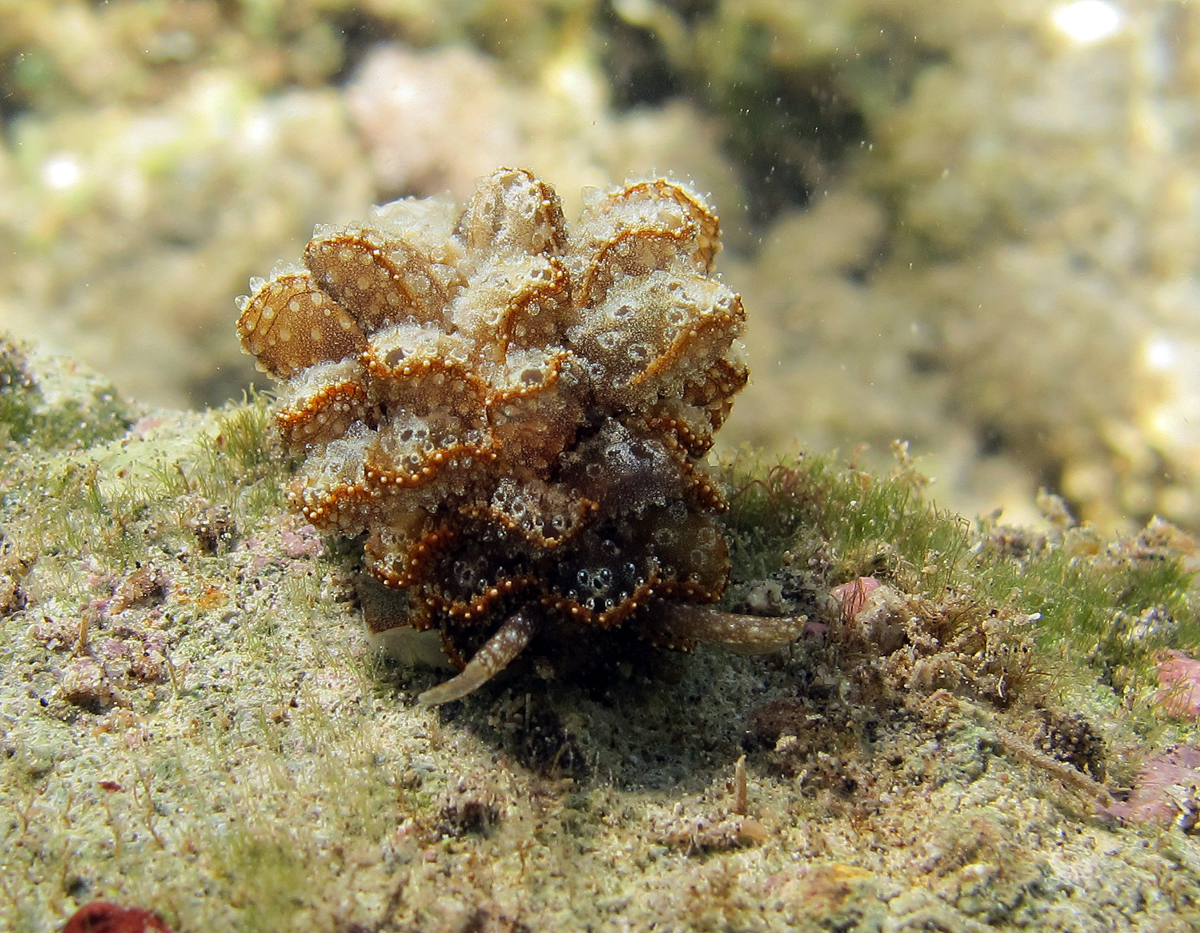
Cyerce pavonina
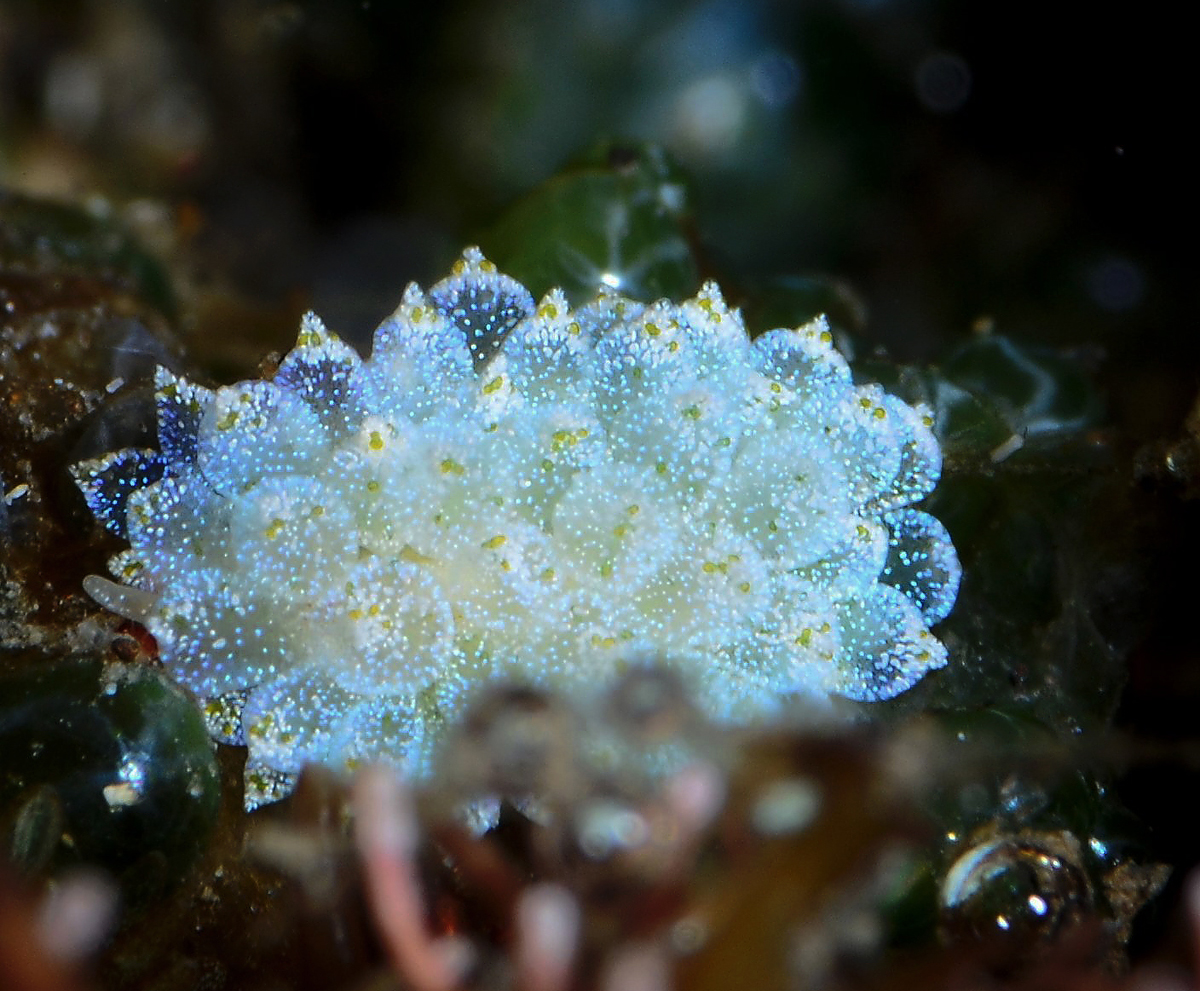
Un sacoglosse Ercolania coerulea
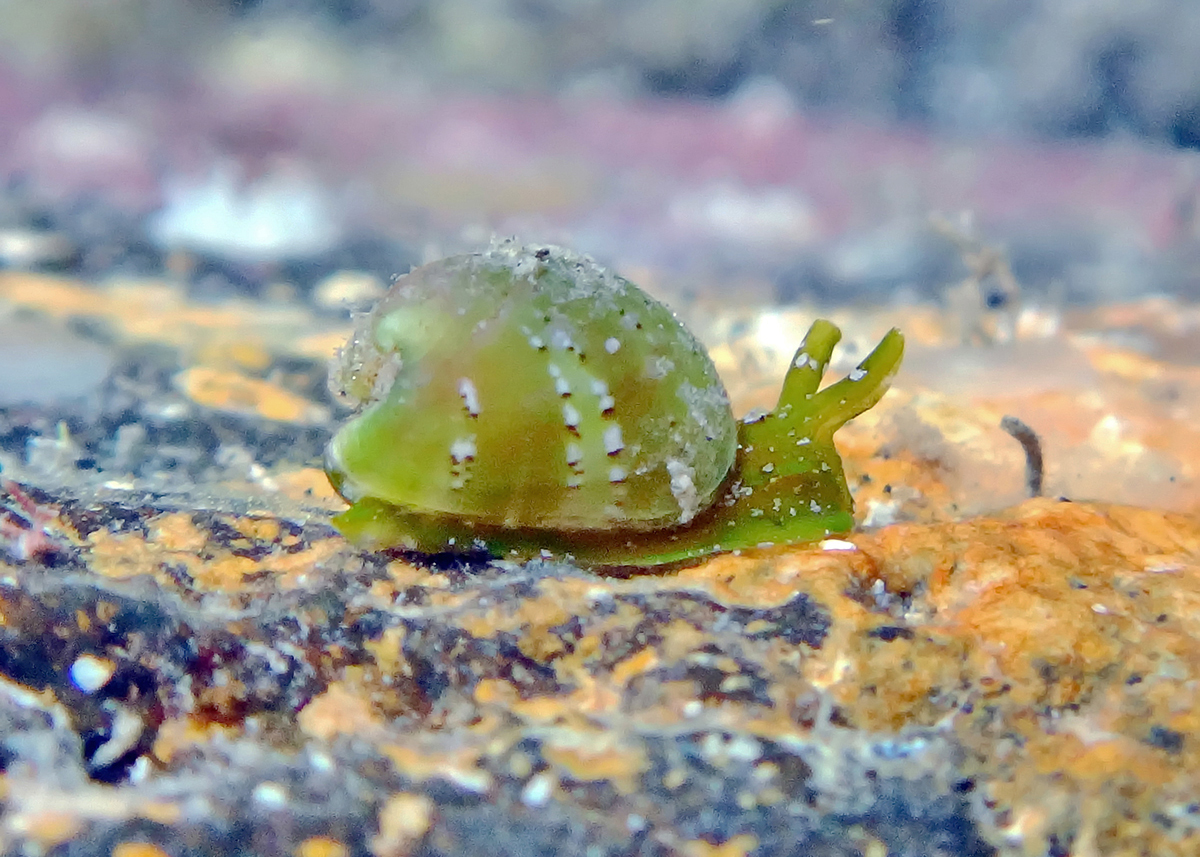
Julia exquisita
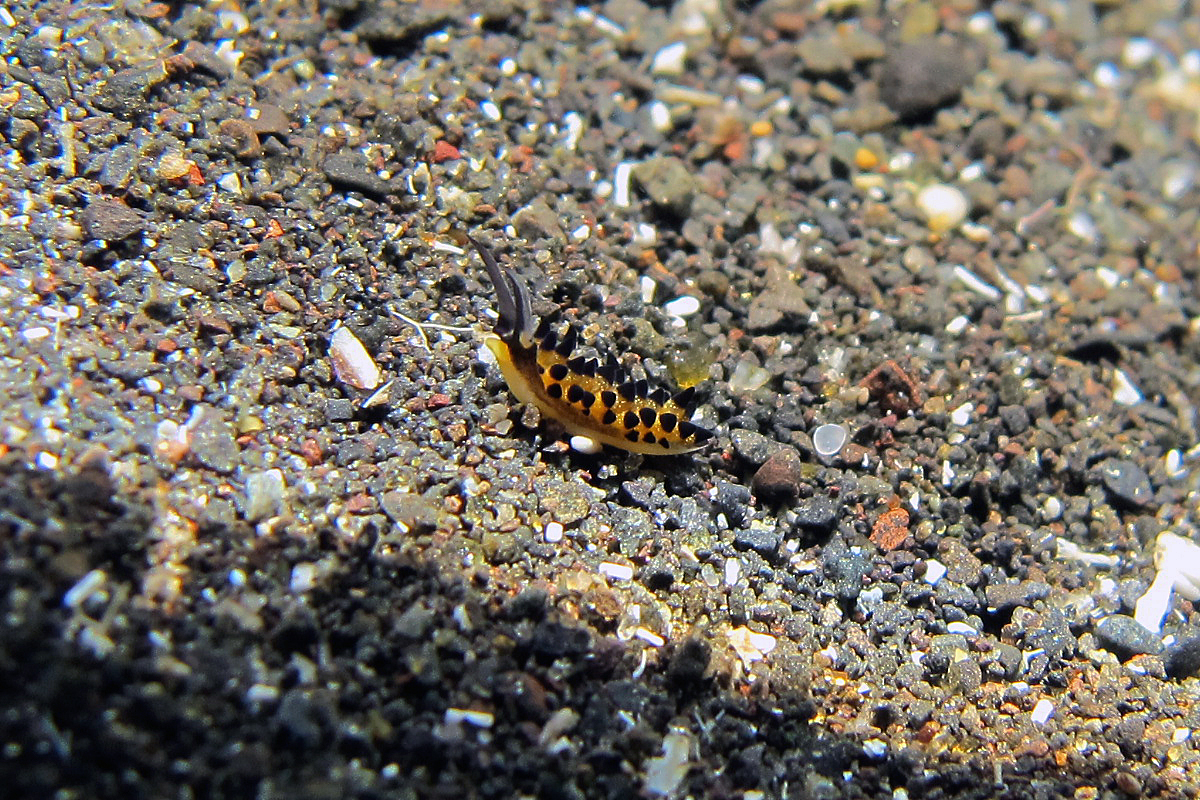
Placida cremoniana
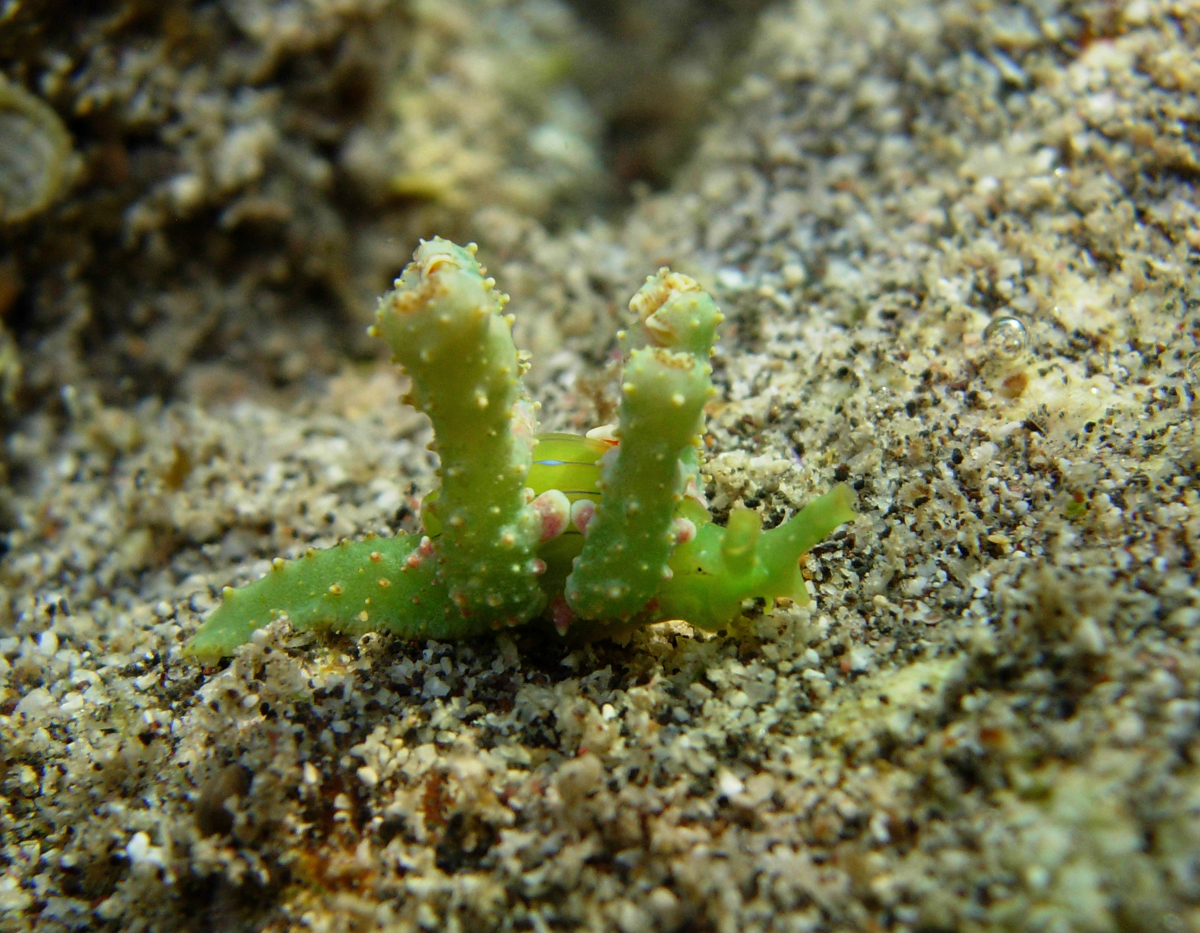
Lobiger souverbii (ou viridis)?
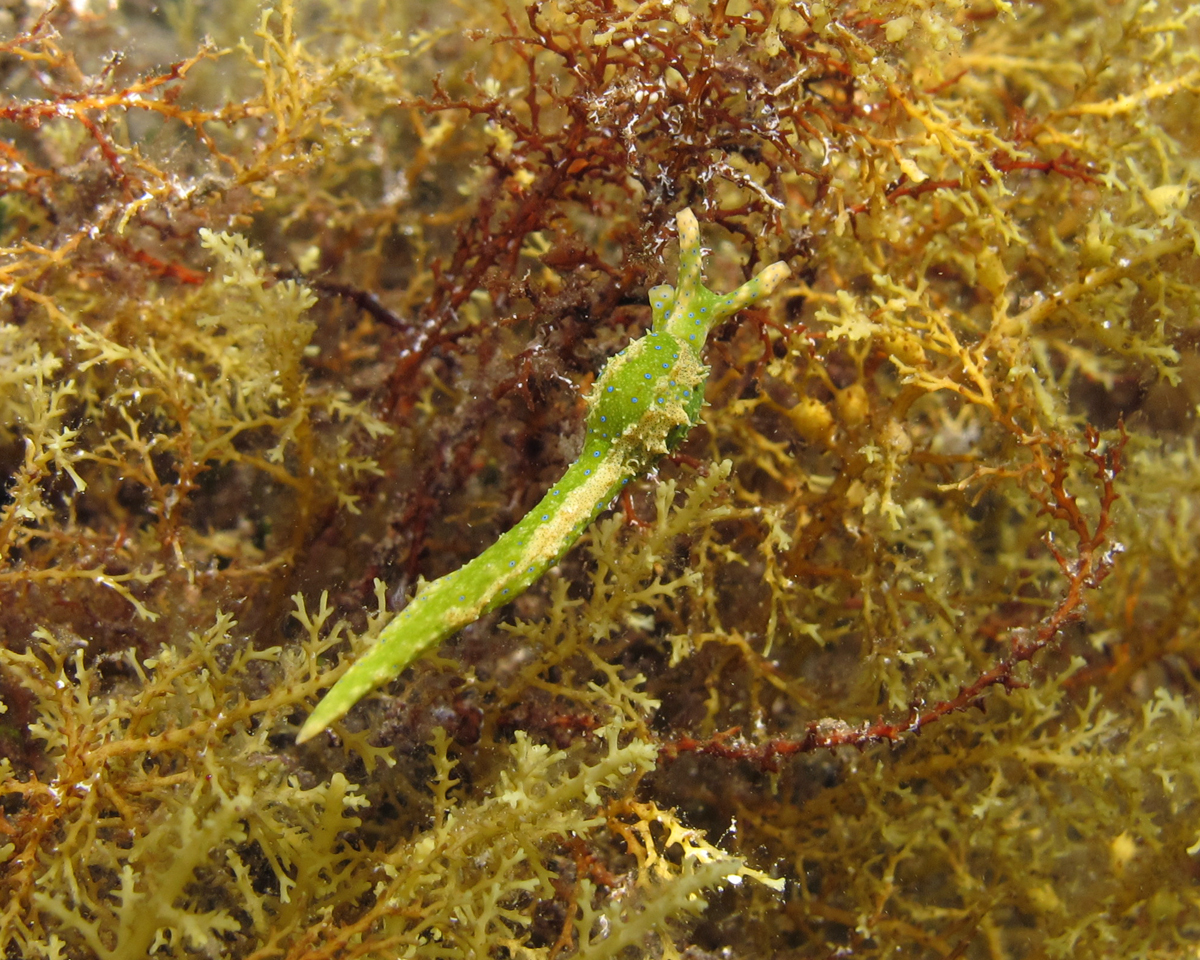
Oxynoe viridis
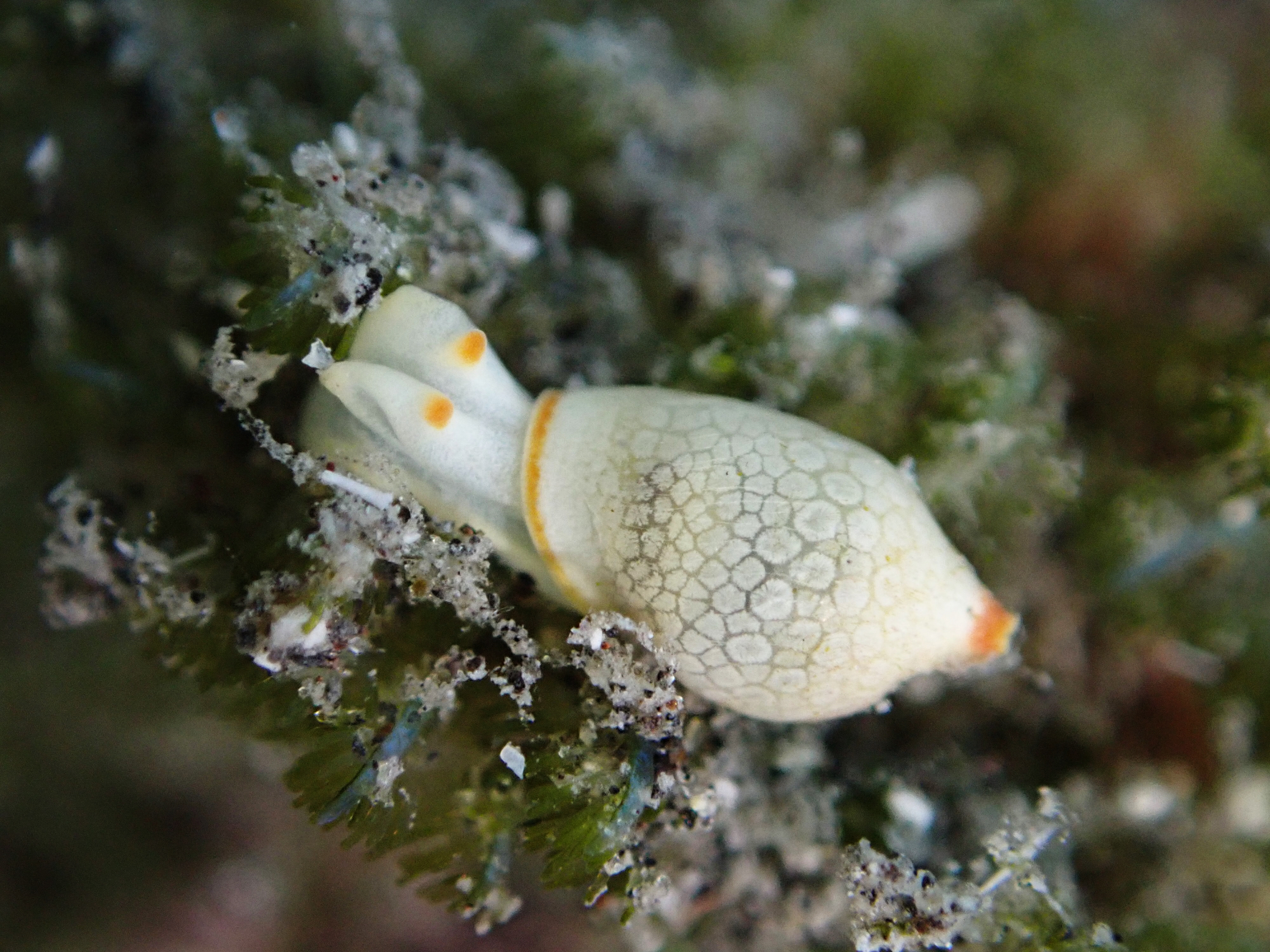
Volvatella angeliniana
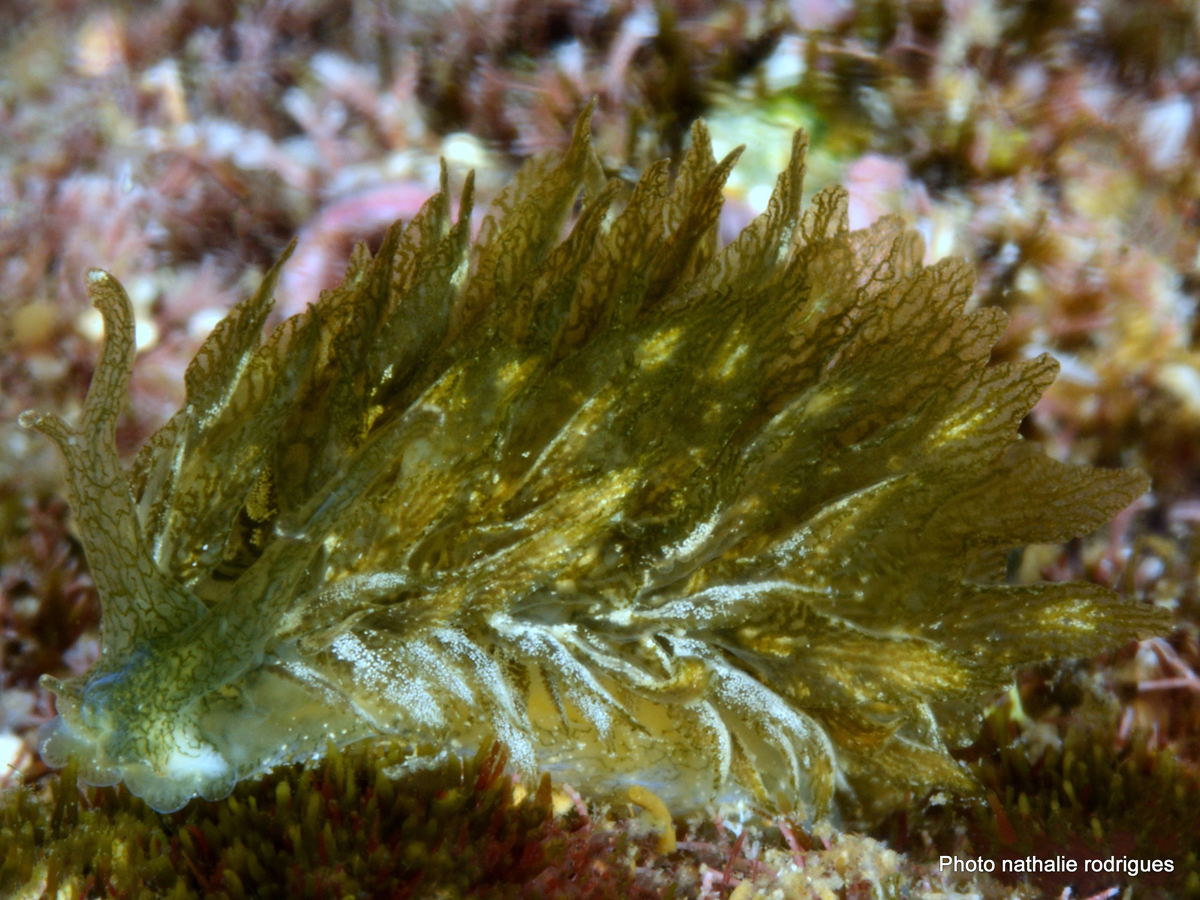
Caliphylla sp.
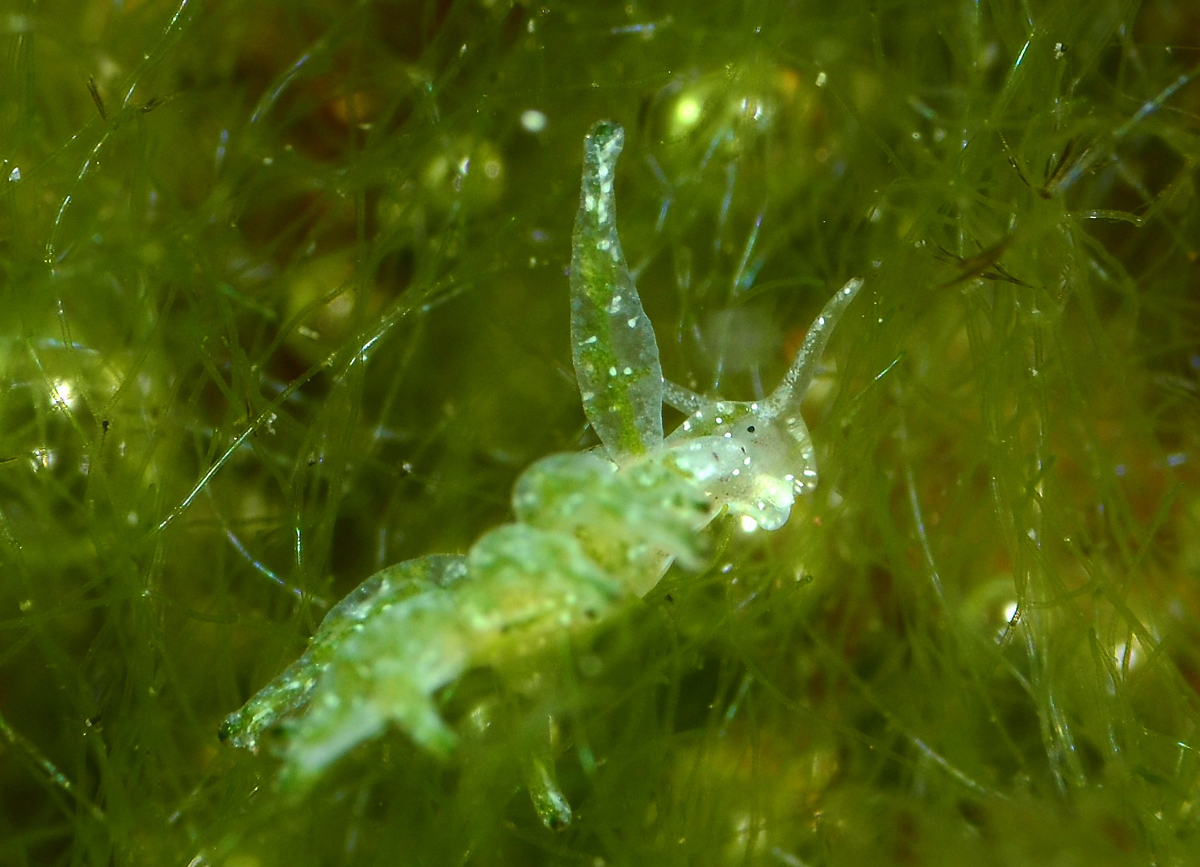
Ercolania kencolesi
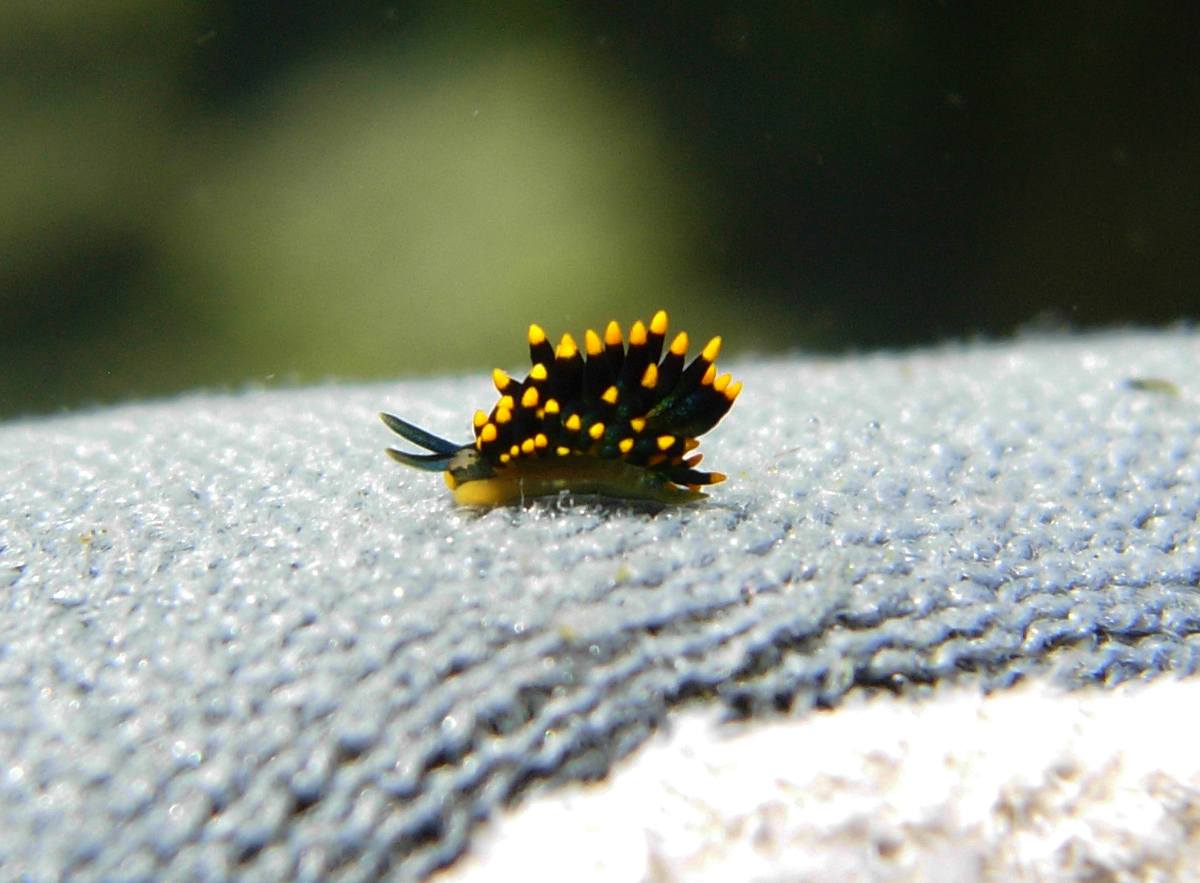
Stiliger aureomarginatus
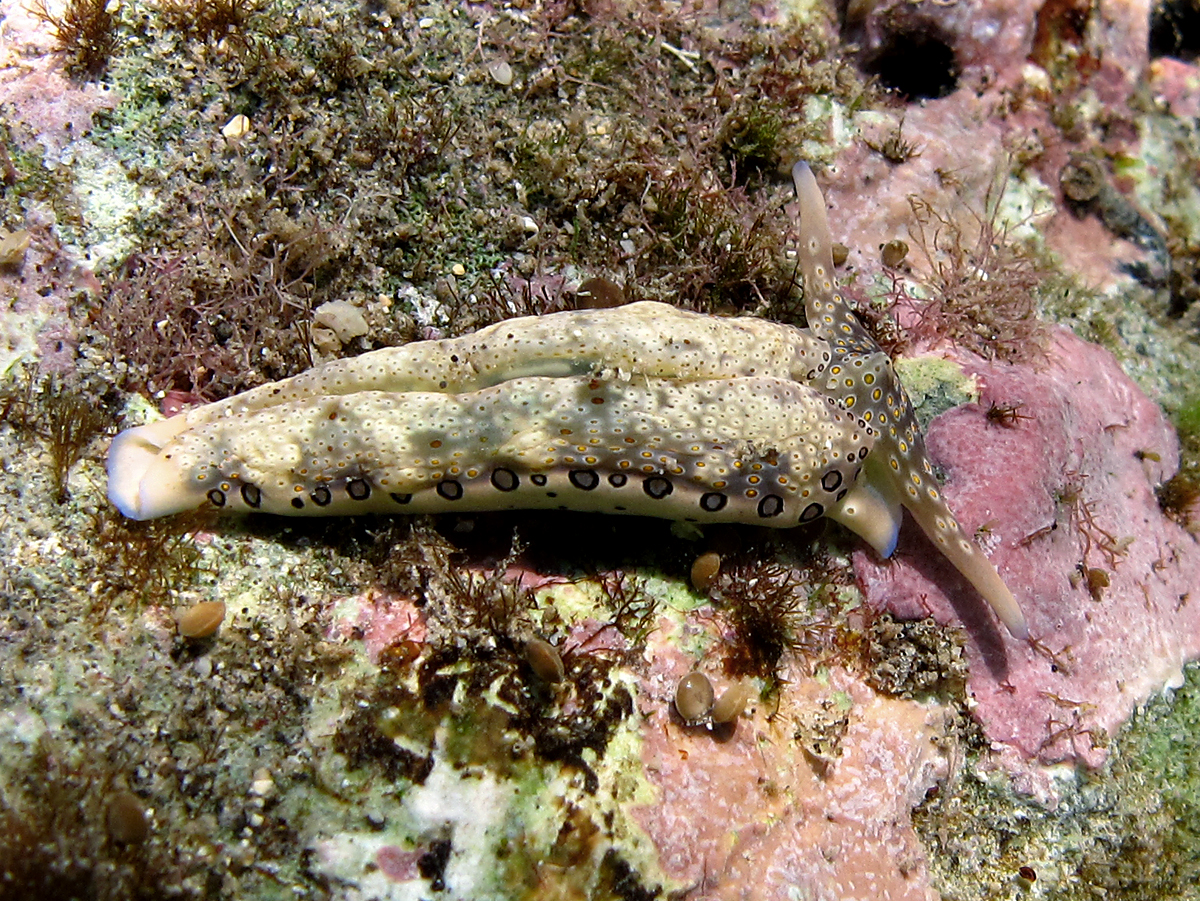
Placobranche ocellé (Plakobranchus ocellatus)
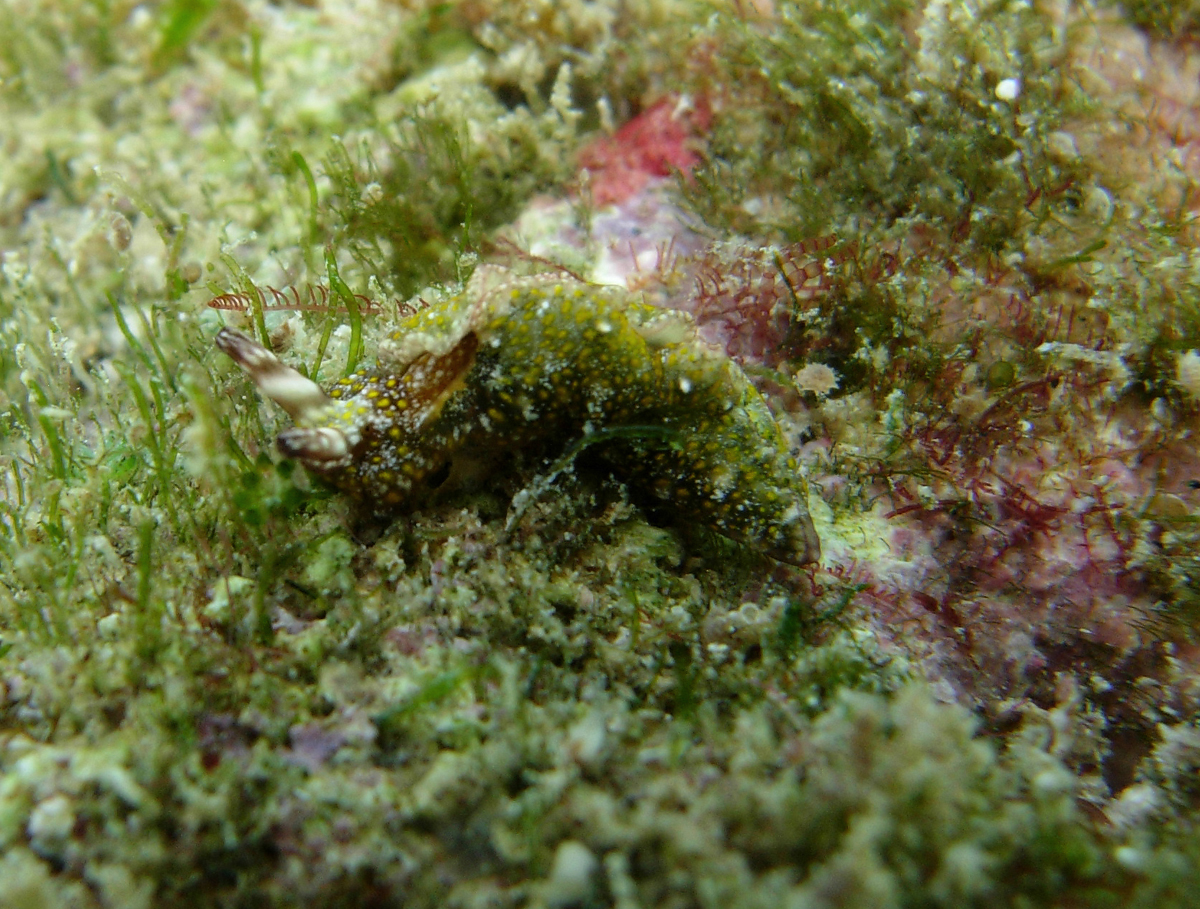
Thuridilla flavomaculata
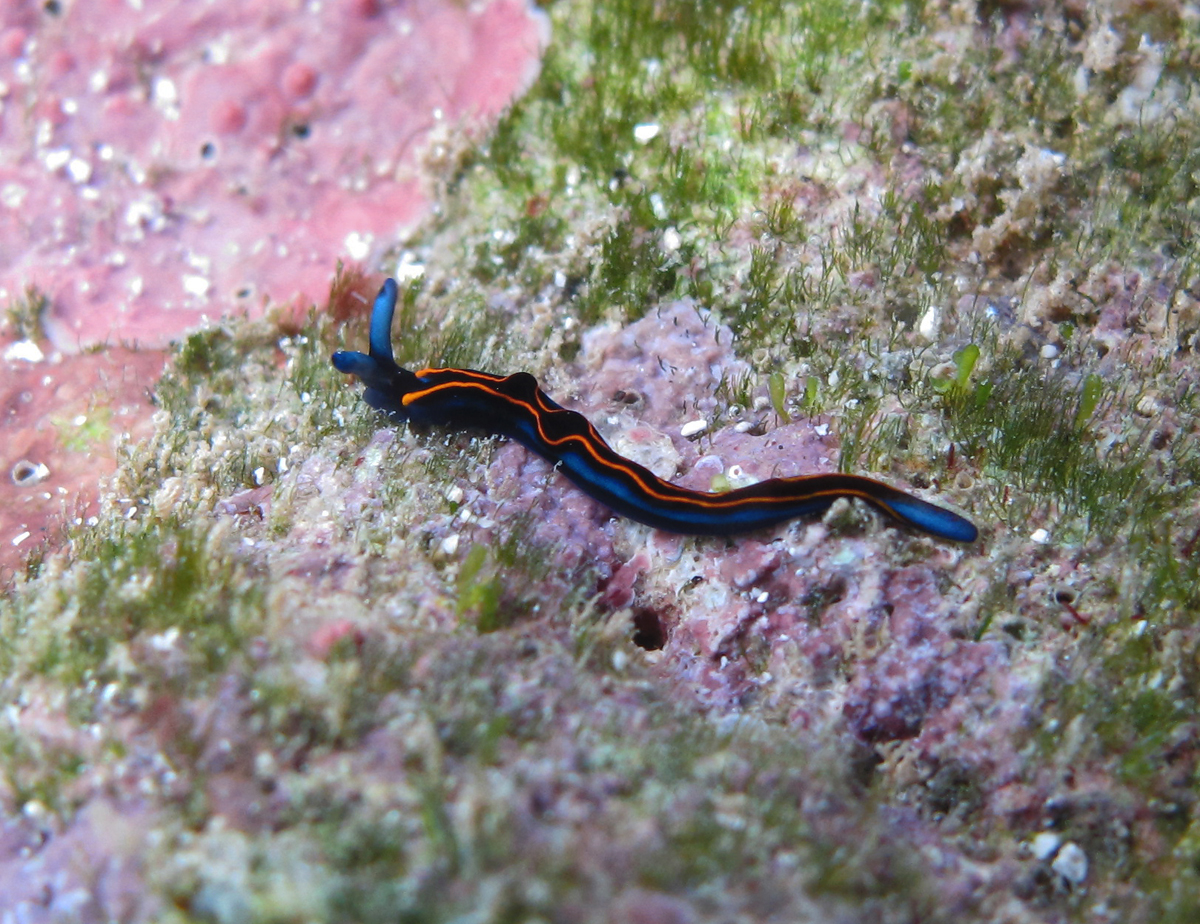
Thuridilla hoffae
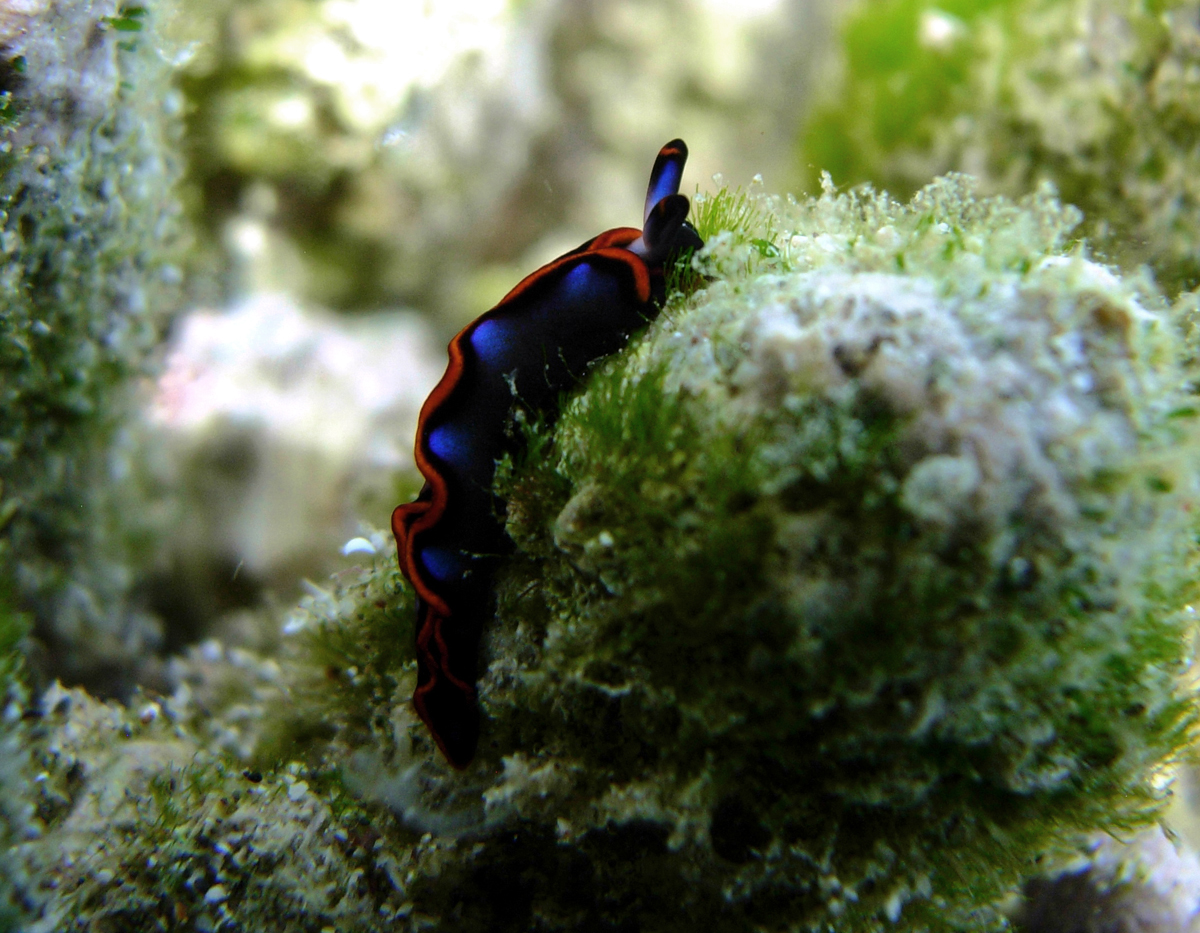
Thuridilla indopacifica
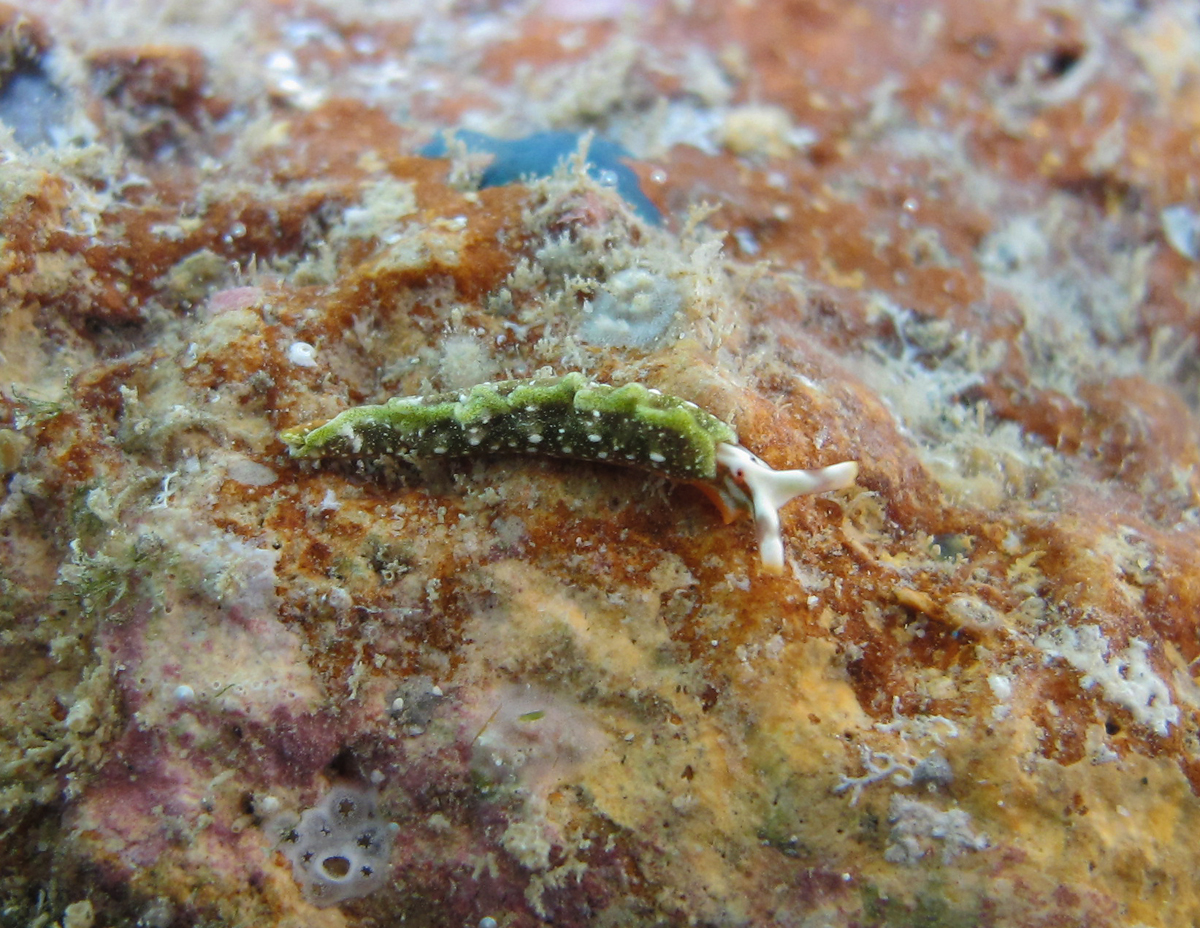
Thuridilla kathae
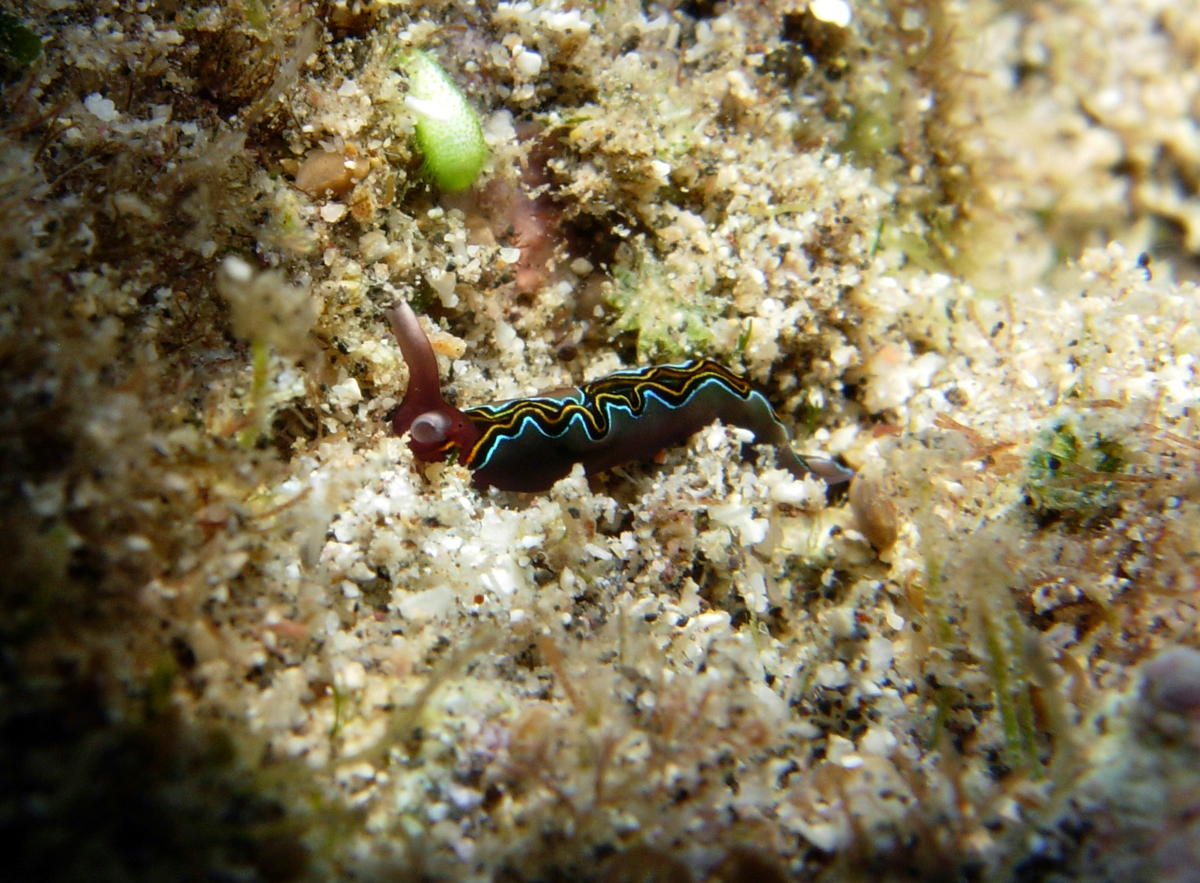
Thuridilla livida
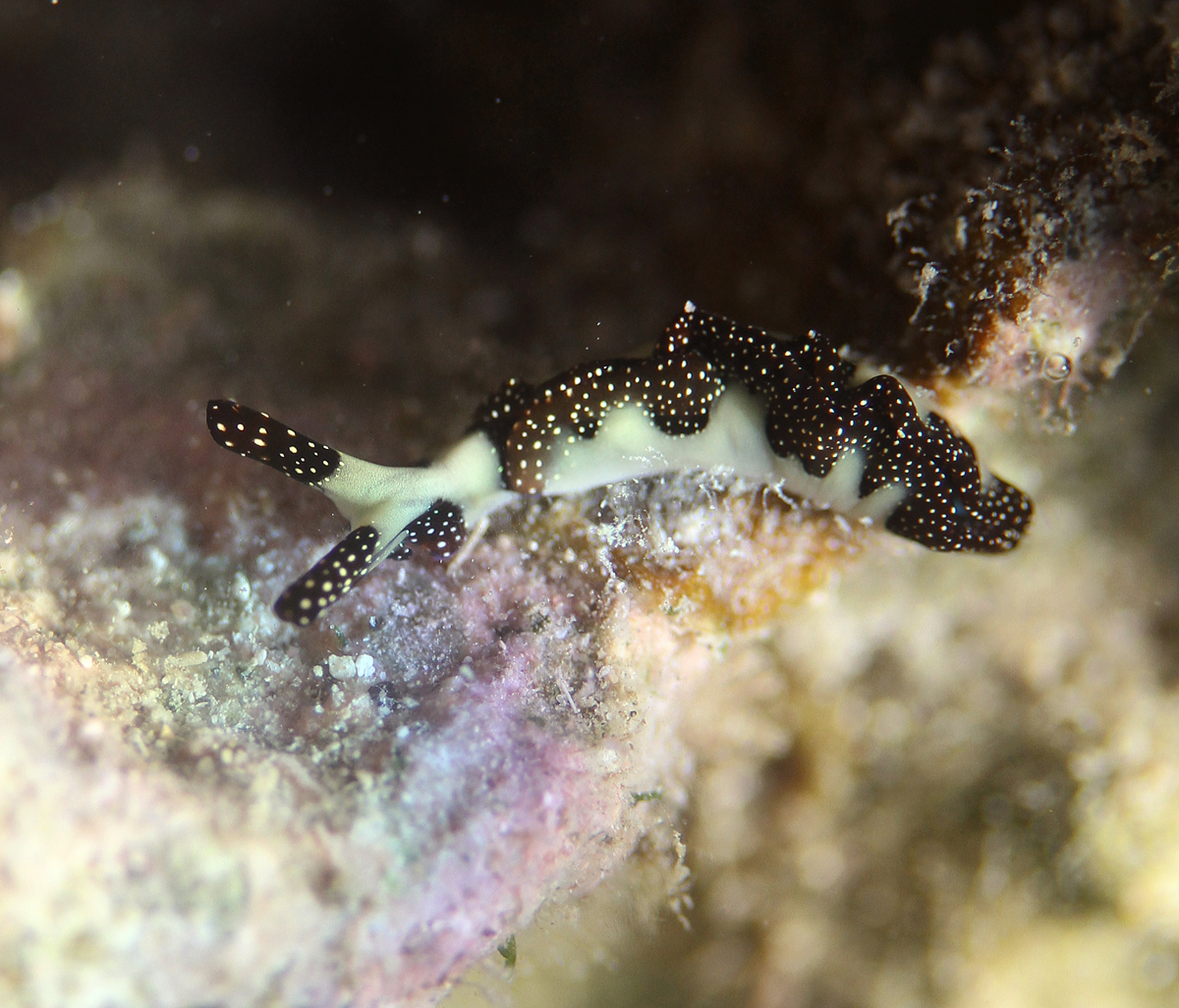
Thuridilla moebii
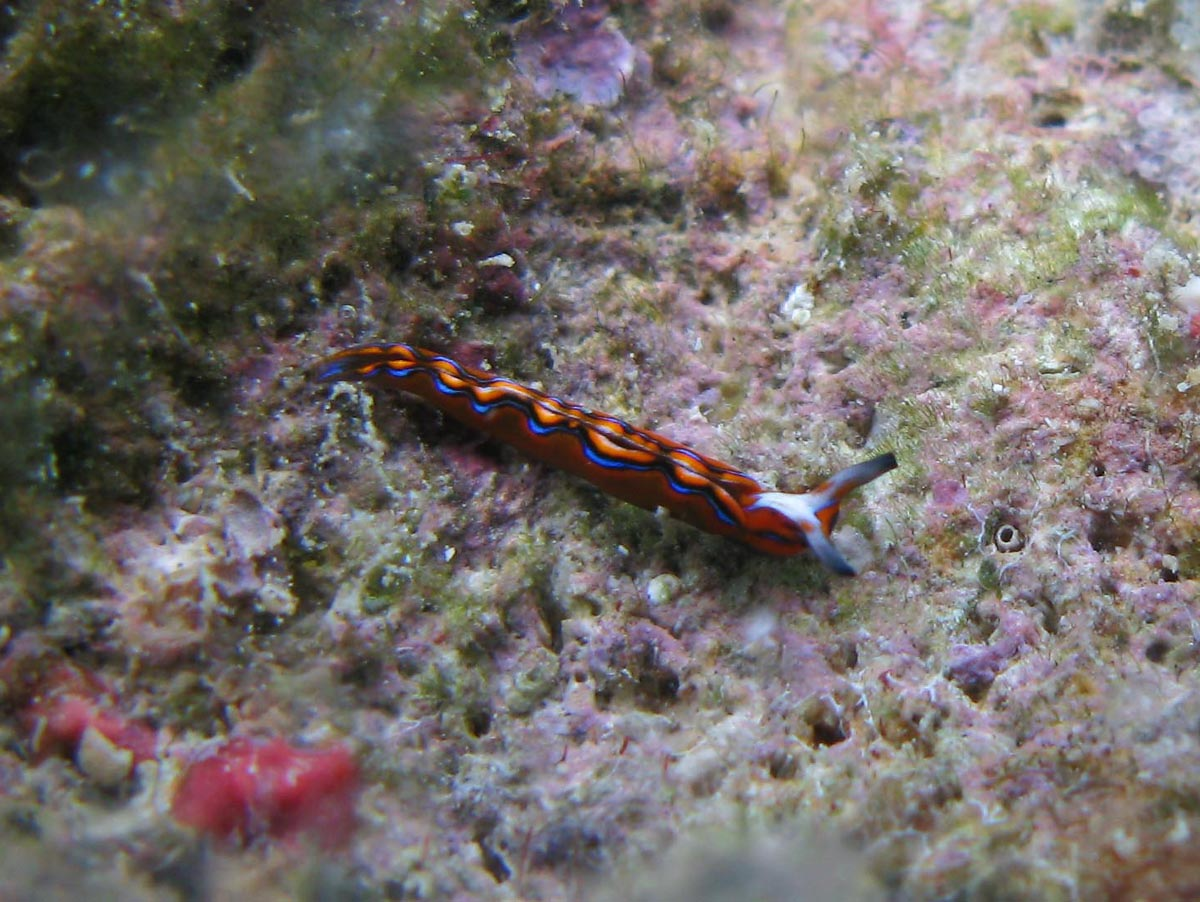
Thuridilla multimarginata
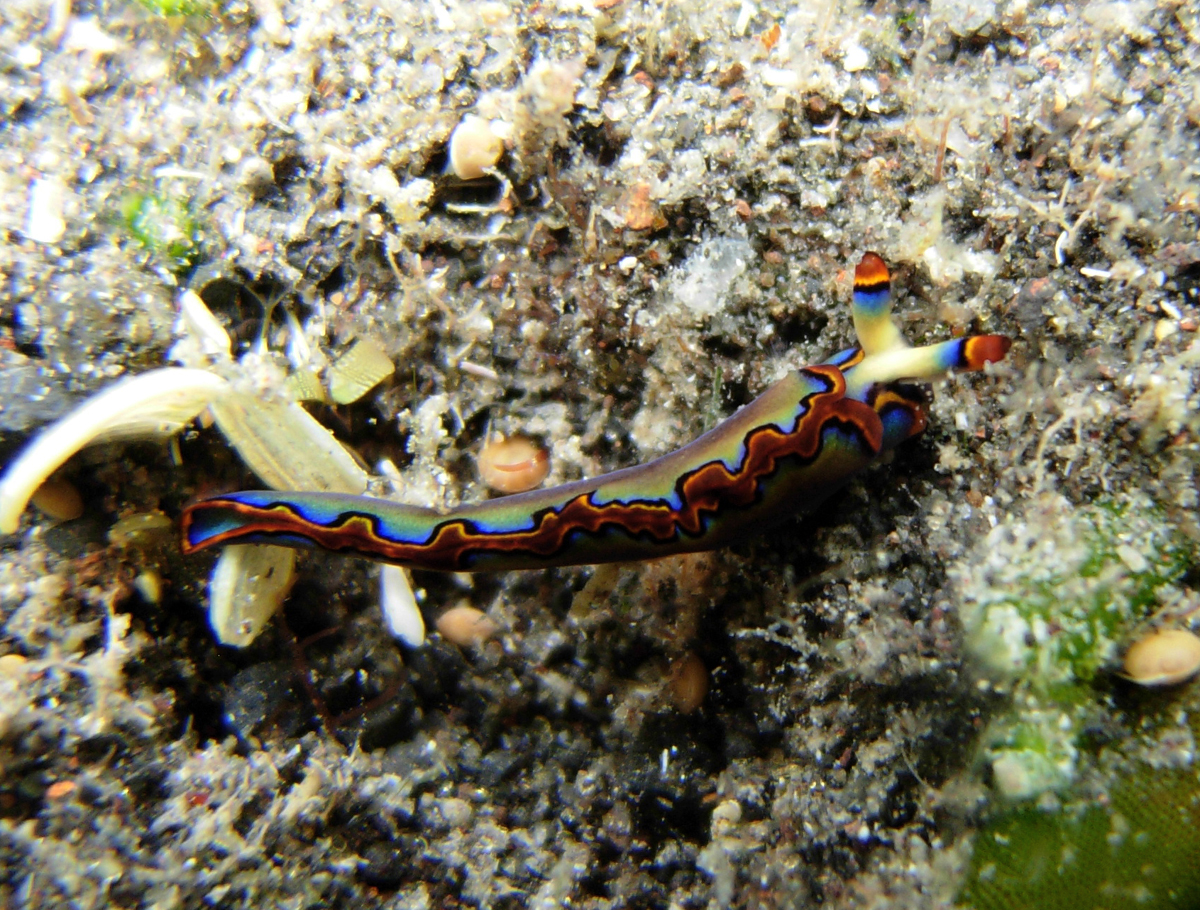
Thuridilla undula
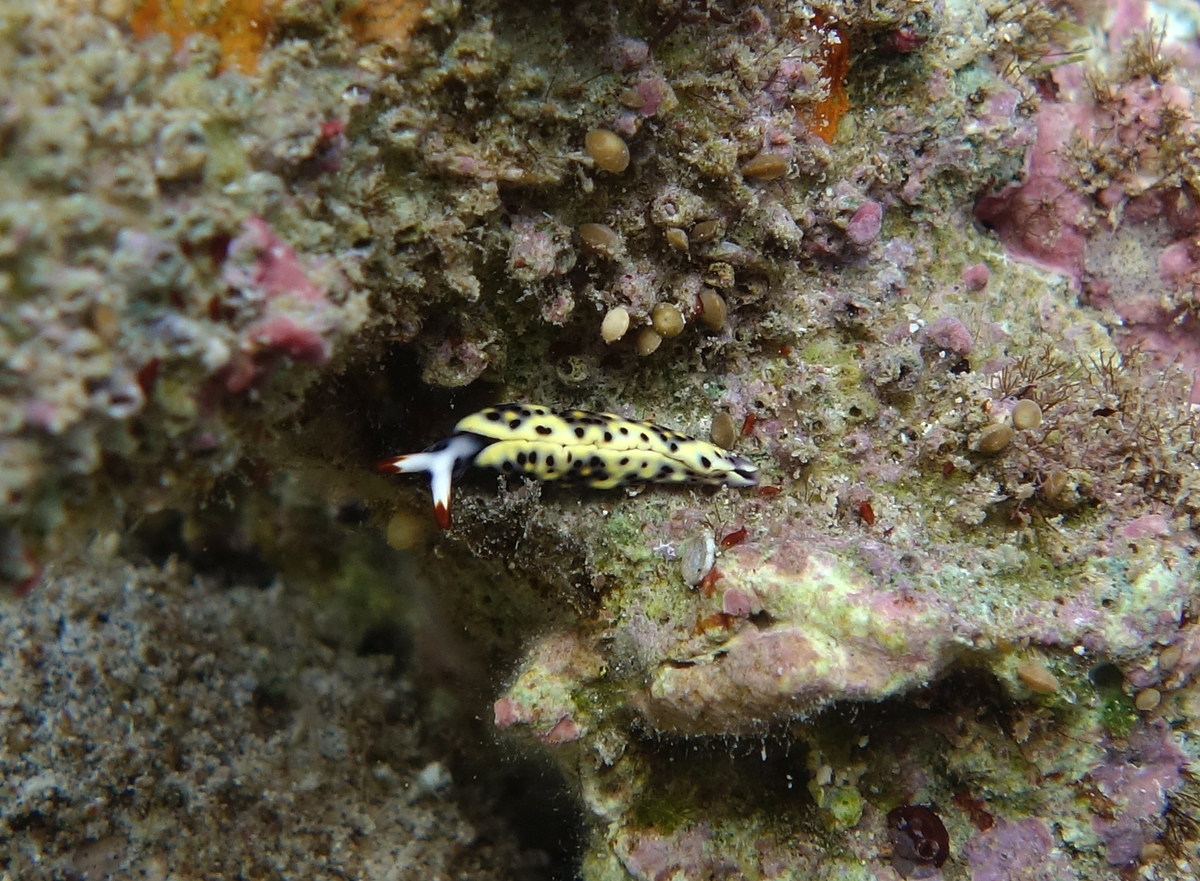
Thuridilla vataae

#### Ombrelles

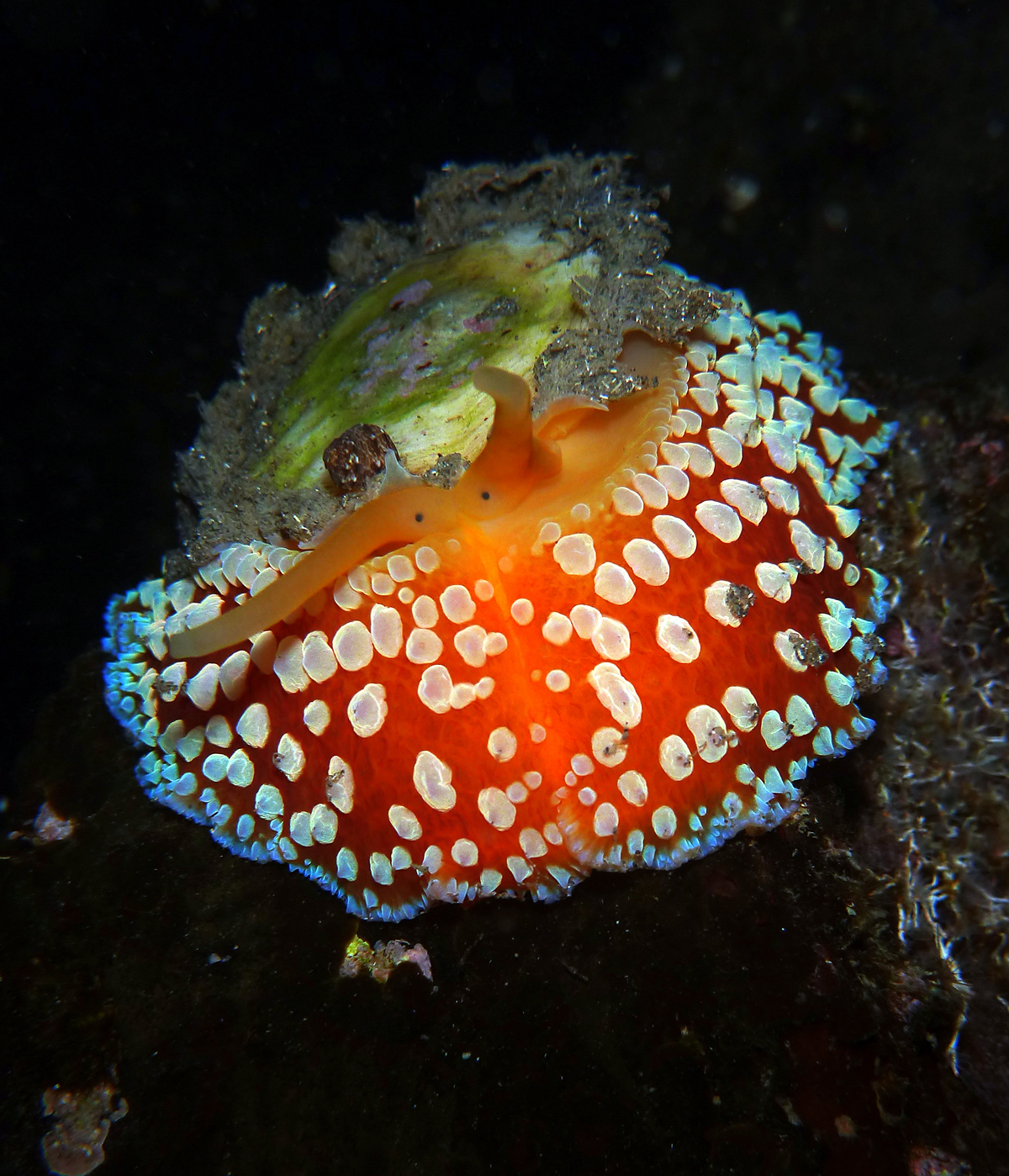
Ombrelle (Umbraculum umbraculum)

### Céphalopodes
La classe des Céphalopodes (du grec « képhalé », tête, et « pous, podos », pied) comprend des animaux strictement marins dont le corps est composé d’un manteau en partie antérieure duquel se trouve une tête armée de huit ou dix bras (huit pour les poulpes, dix pour calmars et seiches), exception faite des nautiles, qui en possèdent environ 90. Les bras, très musculeux et munis de ventouses puissantes, rayonnent à partir de la bouche. Celle-ci possède des mandibules cornées en forme de bec de perroquet derrière lesquelles se trouve une radula. Les yeux et le système nerveux sont extrêmement développés. La coquille est soit modifiée à l’intérieur du manteau (la « plume » des calmars et « l’os » des seiches) soit absente, comme chez les poulpes. Un entonnoir orientable placé à l’ouverture de la cavité palléale permet la respiration, l’élimination des déchets et la propulsion au moyen de contractions. Les nautiles sont les seuls céphalopodes à avoir une coquille externe et des bras sans ventouses.

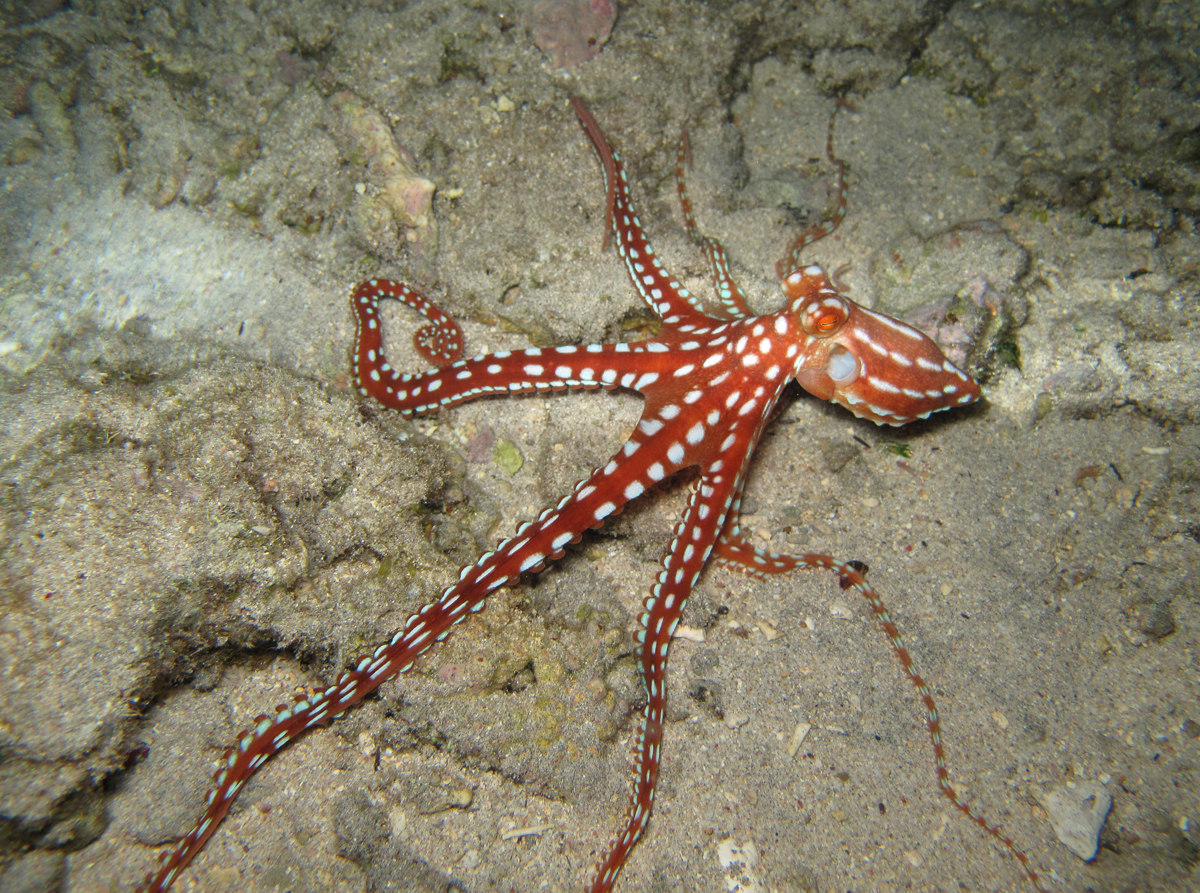
Poulpe tacheté (complexe Callistoctopus macropus ou C. ornatus), dans sa livrée d'intimidation.
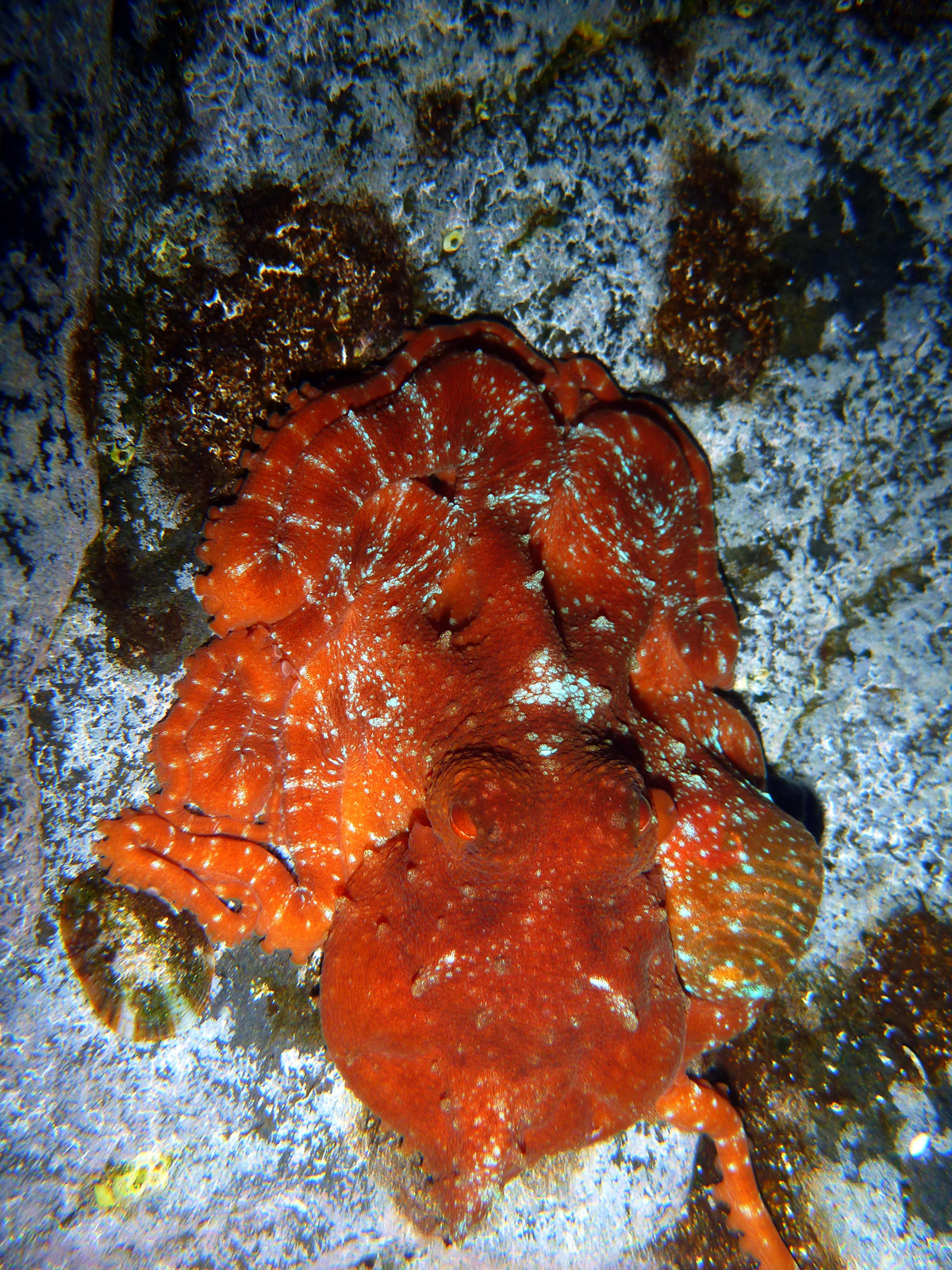
Un poulpe Callistoctopus ornatus?
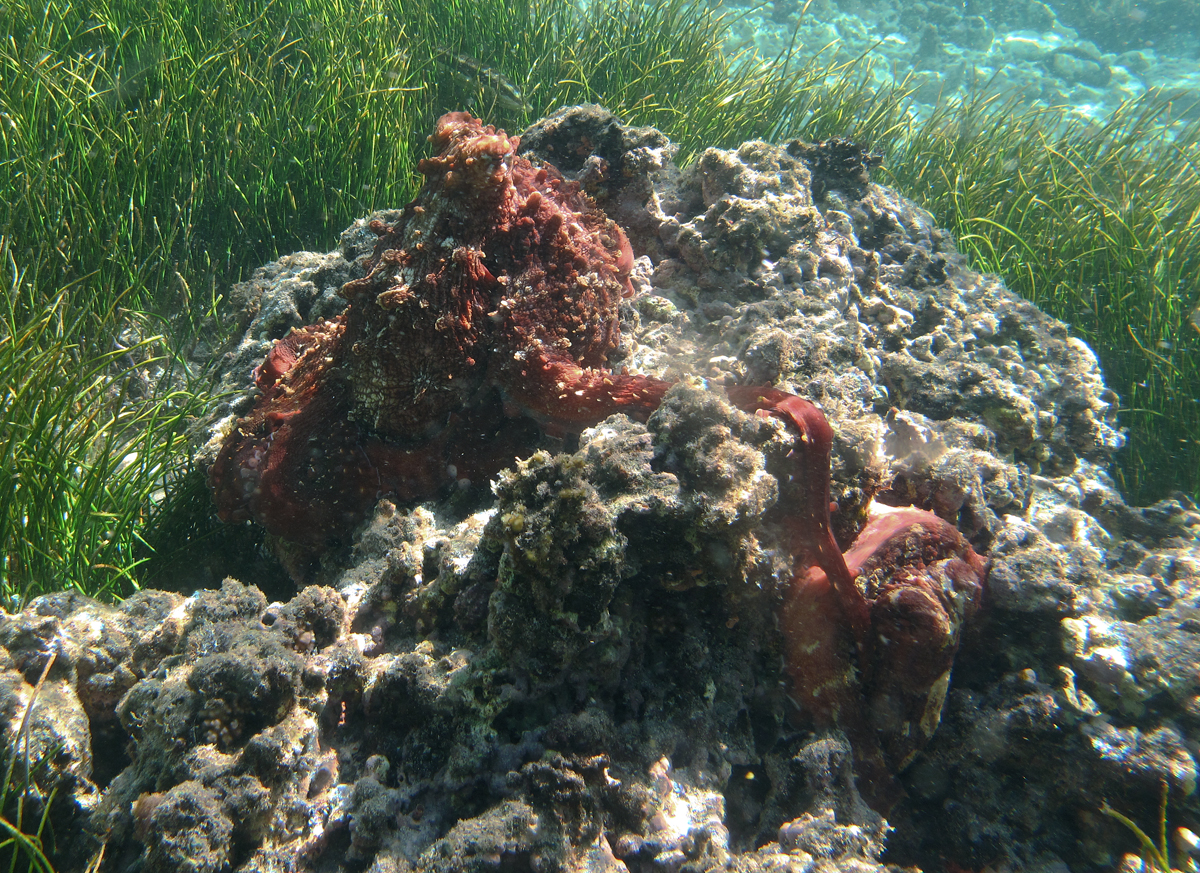
Couple de poulpes des récifs (Octopus cyanea), en plein accouplement.
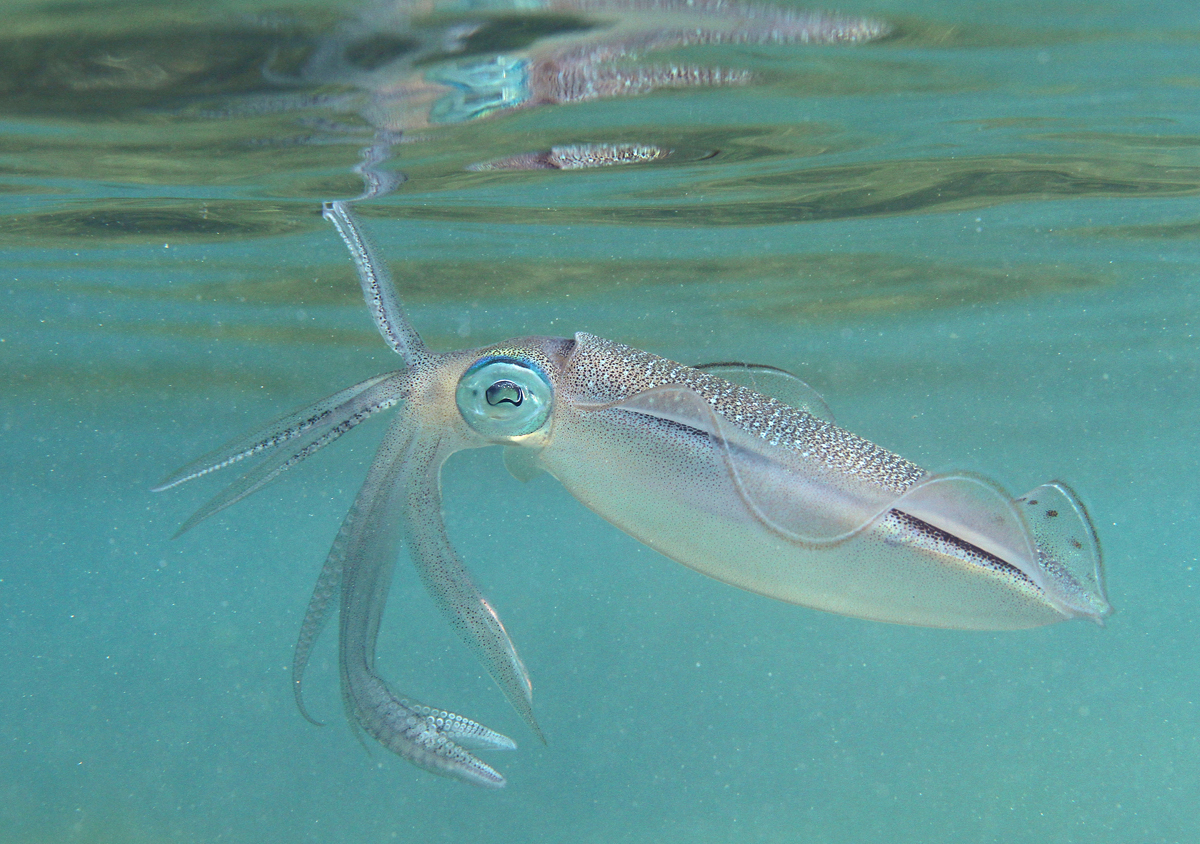
Calmar des récifs (Sepioteuthis lessoniana)
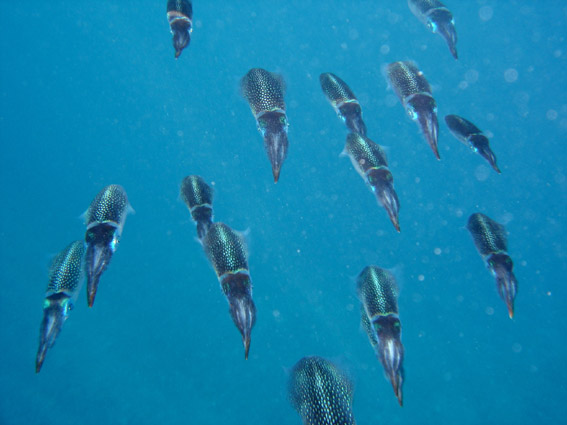
Banc de calmars des récifs.

### Bivalves
Les bivalves sont une classe de mollusques de mer et d'eau douce caractérisée par une coquille divisée en deux parties (les valves) plus ou moins symétriques et articulées. Ils possèdent un pied puissant quand ils sont fouisseurs, mais les espèces fixées développent une touffe de fibres appelée byssus, qui leur permet de s’ancrer sur un substrat dur. Ce sont majoritairement des animaux filtreurs qui se nourrissent des particules organiques en suspension dans l’eau, même si certains comme les bénitiers sont capables de photosynthèse grâce à des algues symbiotiques, comme les coraux. Les fouisseurs disposent d’un siphon qui leur permet de se nourrir alors qu’ils sont cachés dans le sédiment. Les bivalves sont les seuls mollusques à n’avoir pas de tête différenciée, mais certains possèdent quand même des « yeux » photorécepteurs.

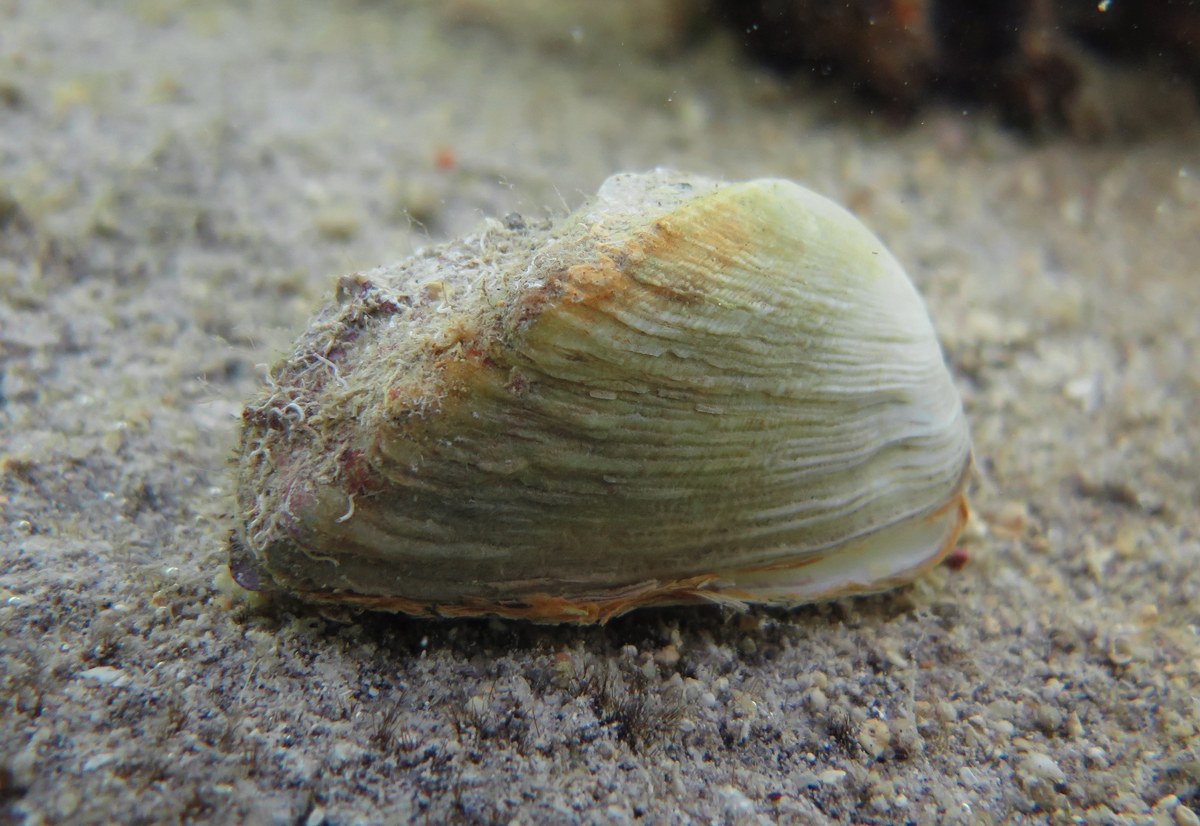
Barbatia sp.
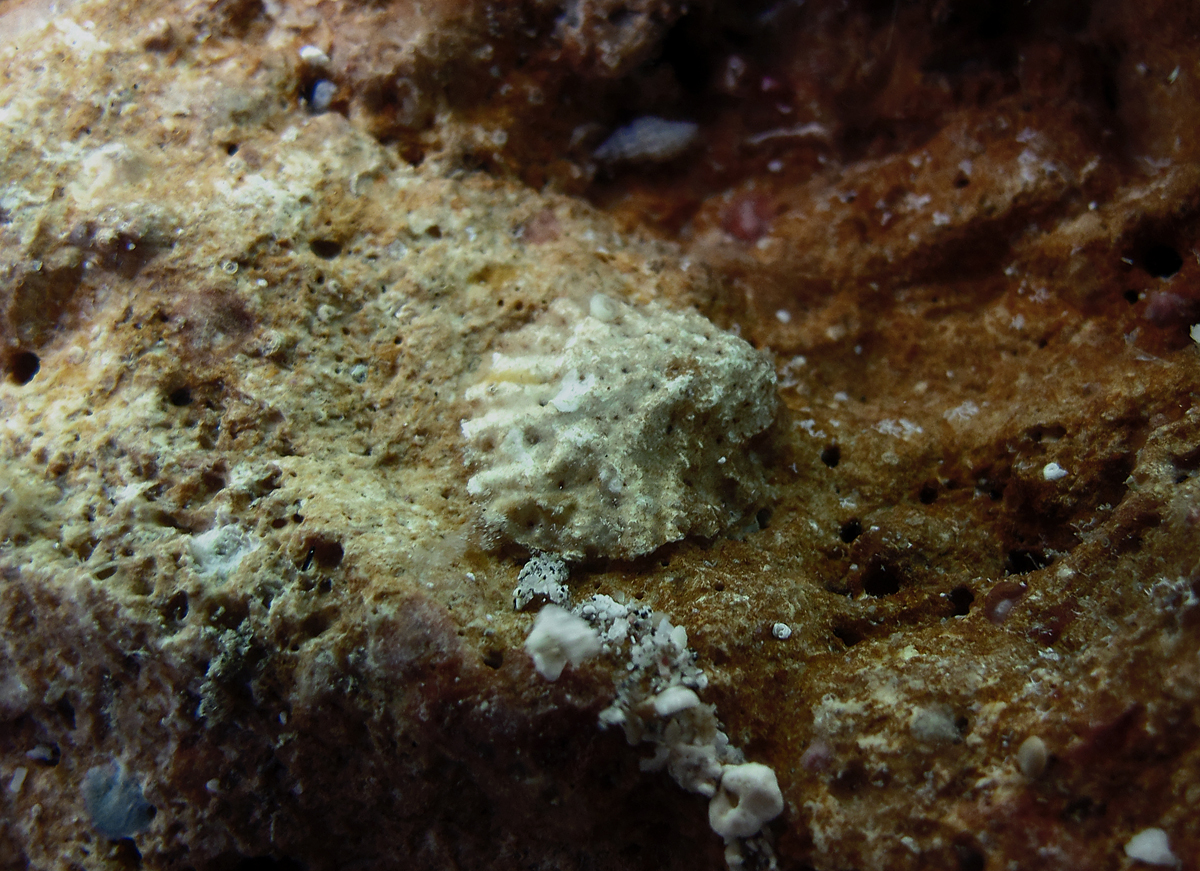
Ribriarca polycymoides?
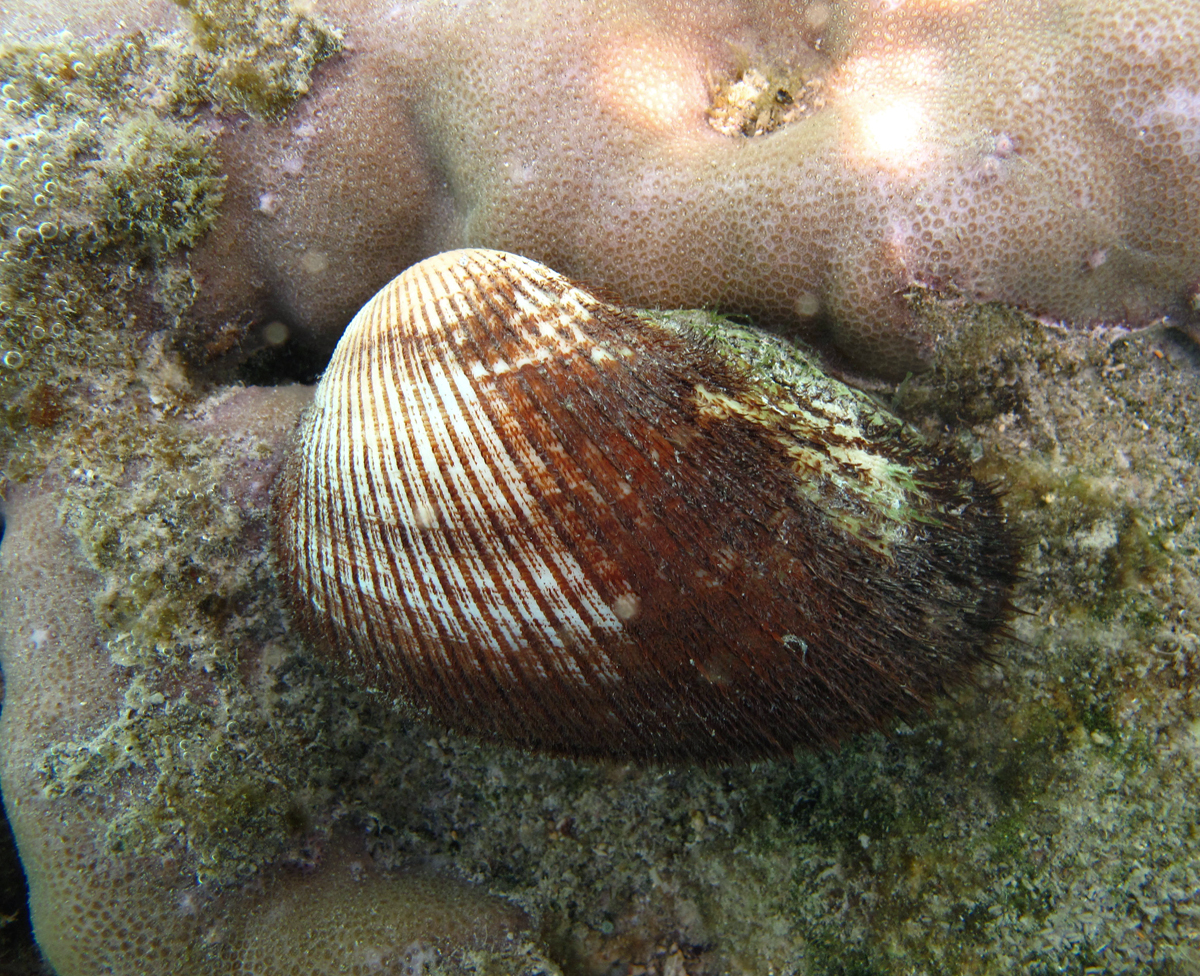
Anadara antiquata
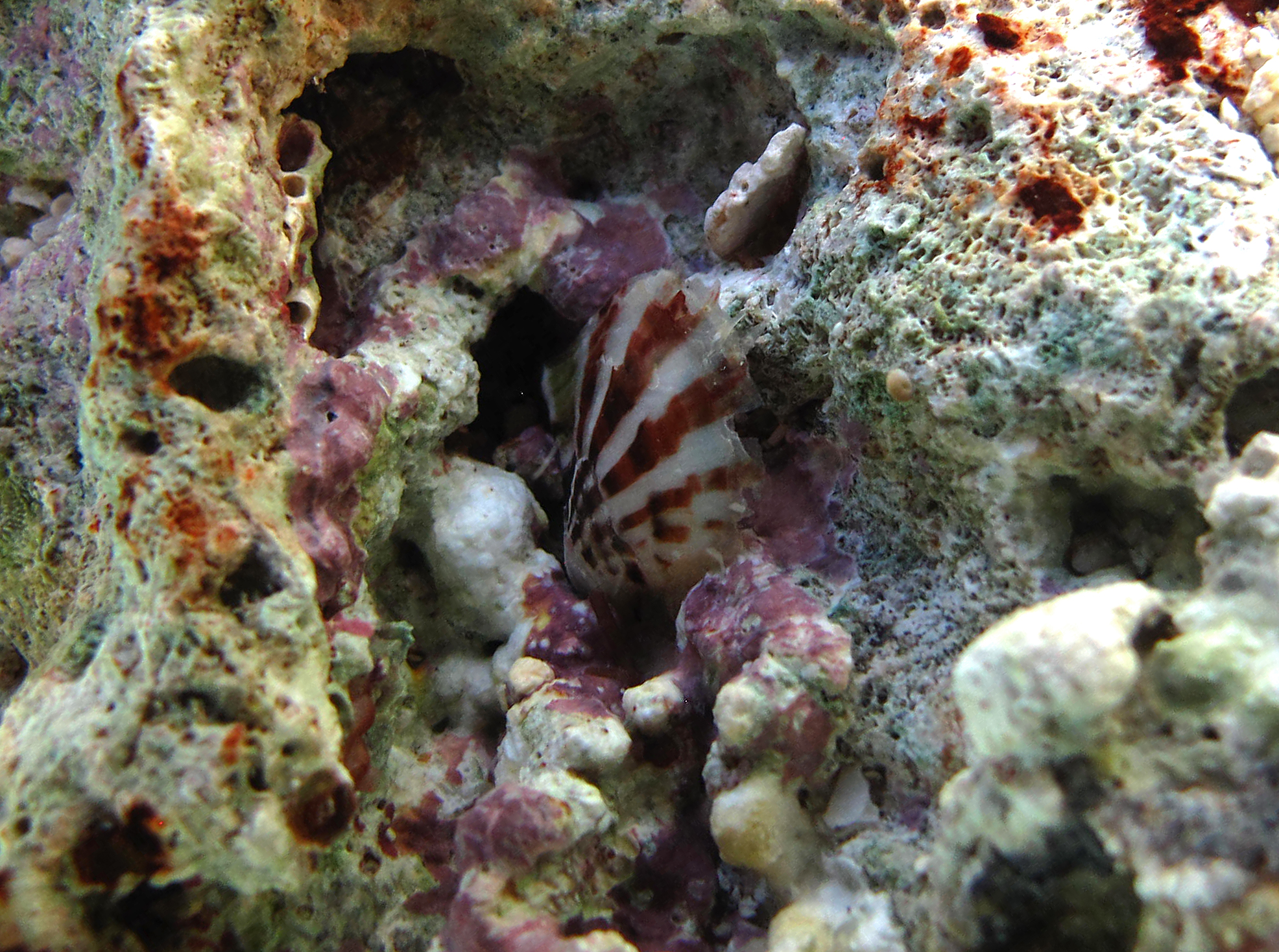
Une huître perlière (Pinctada radiata)
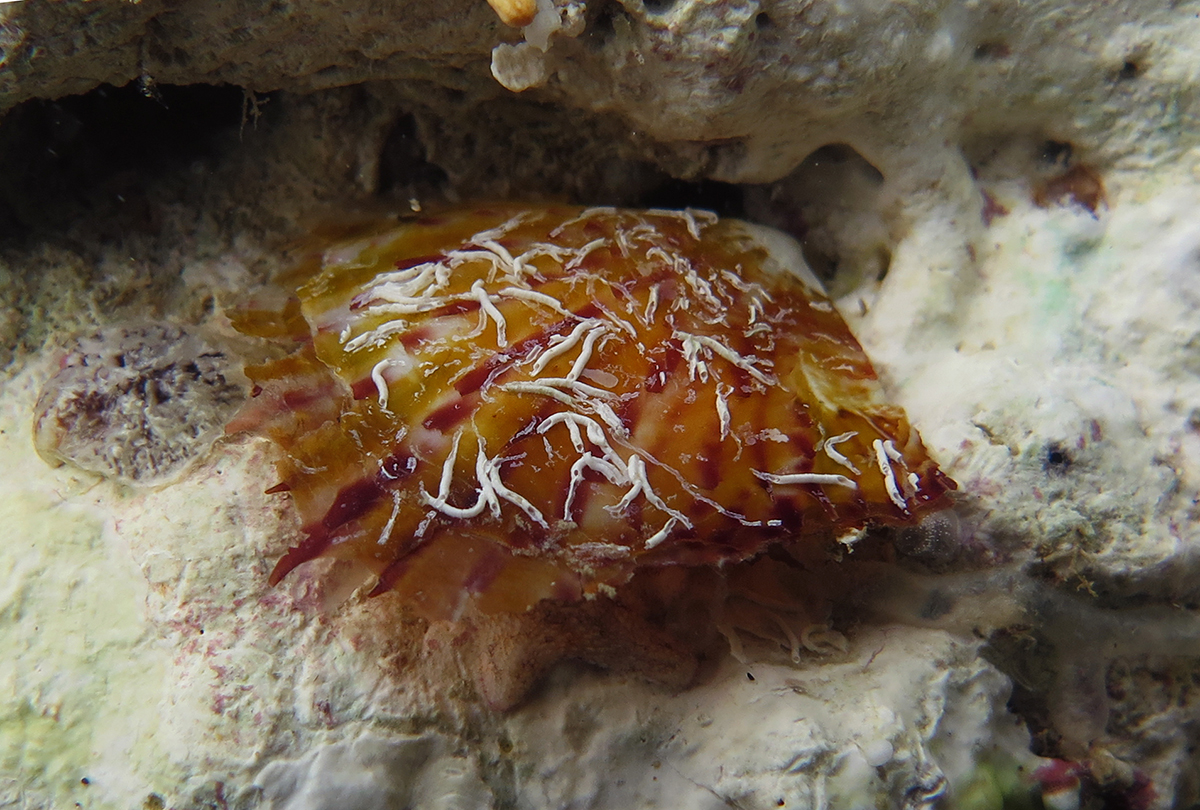
Une Pteriidae non identifiée (peut-être Pinctada imbricata)
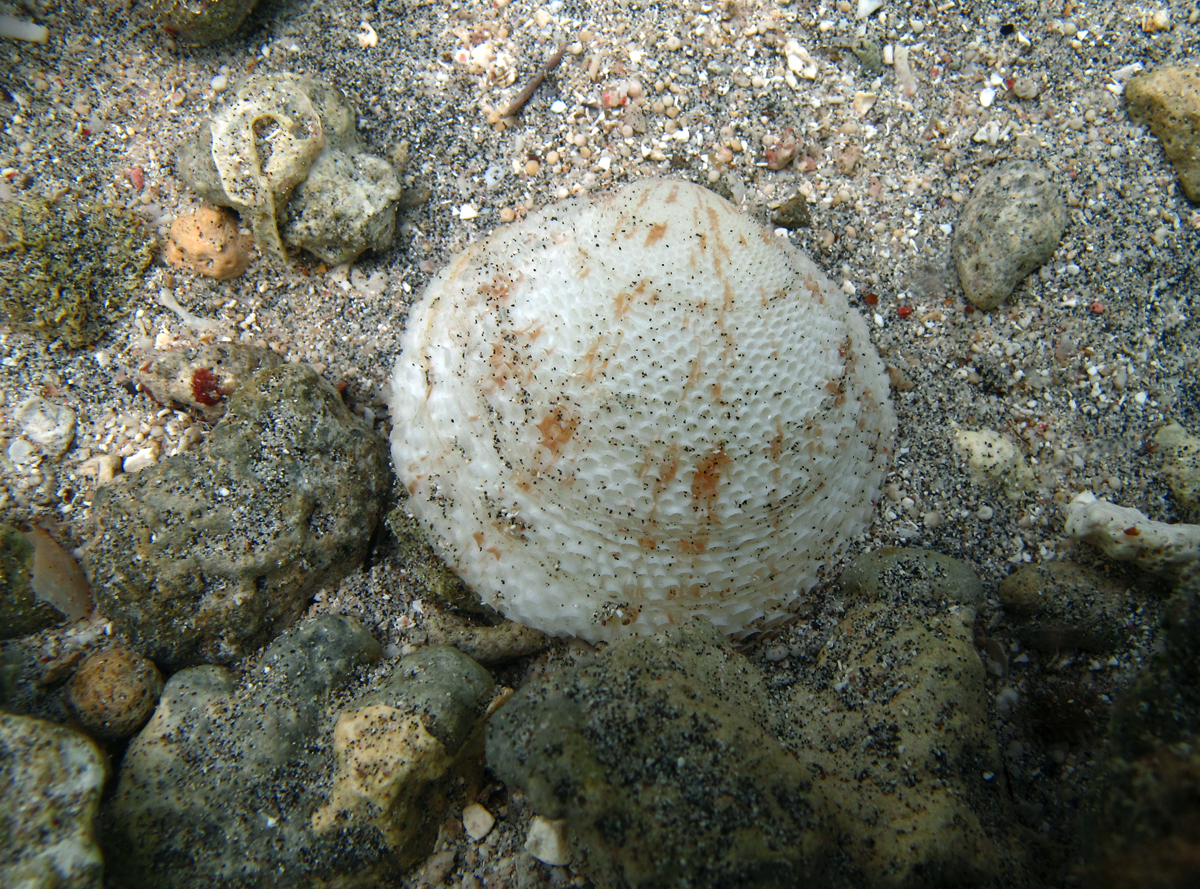
Arcopagia scobinata
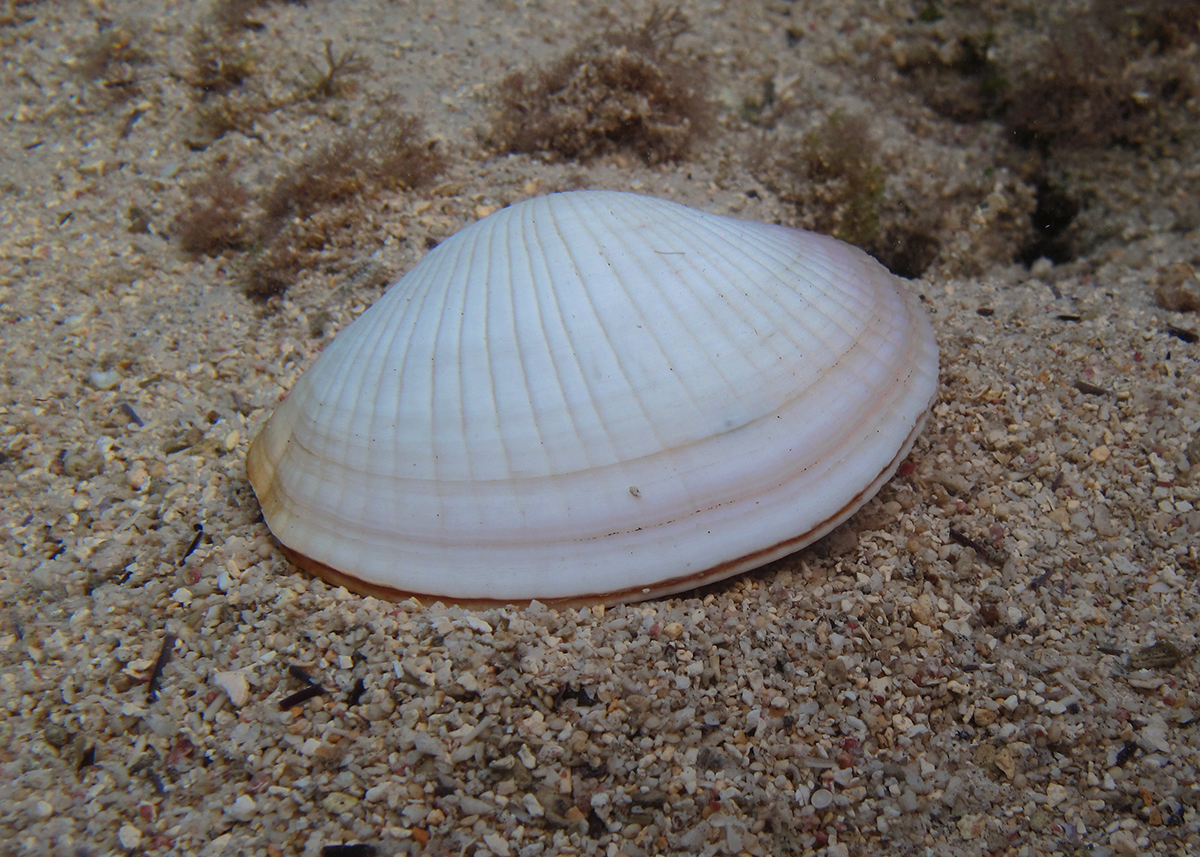
Codakia punctata
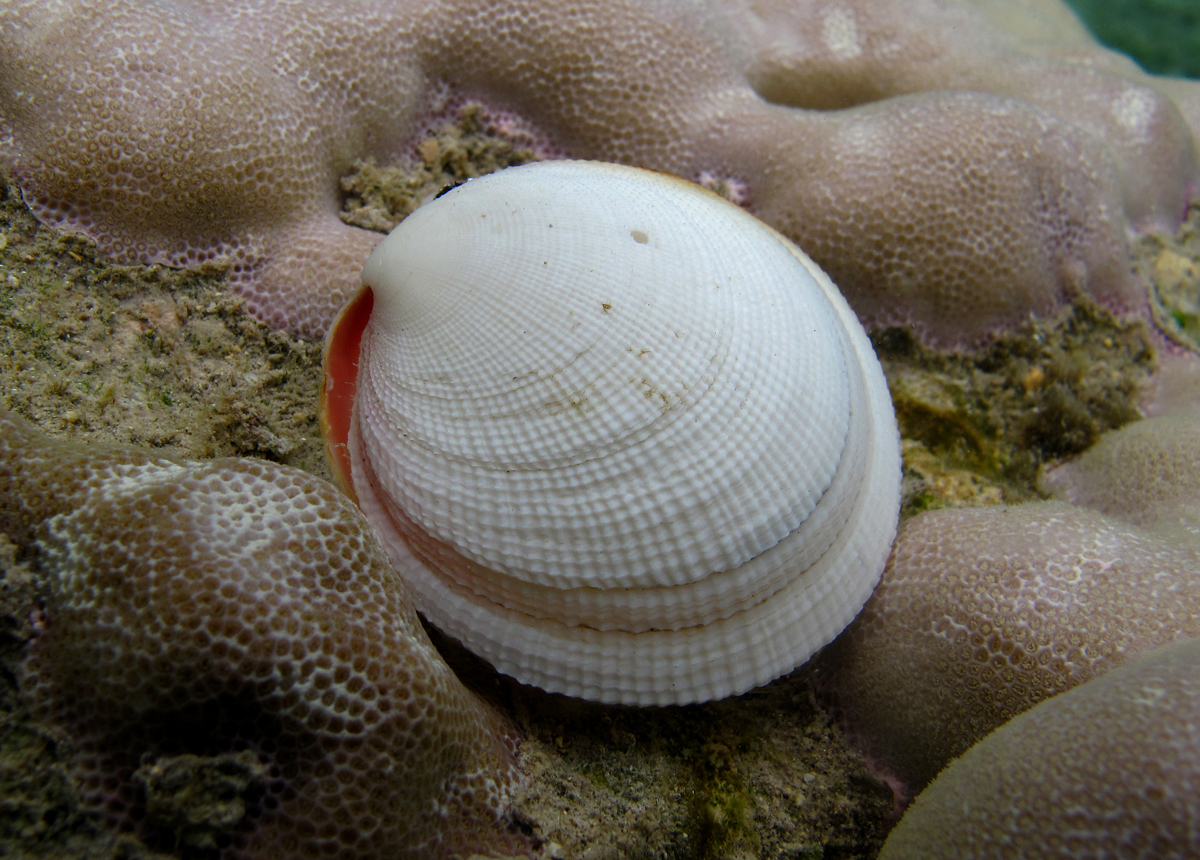
Codakia tigerina
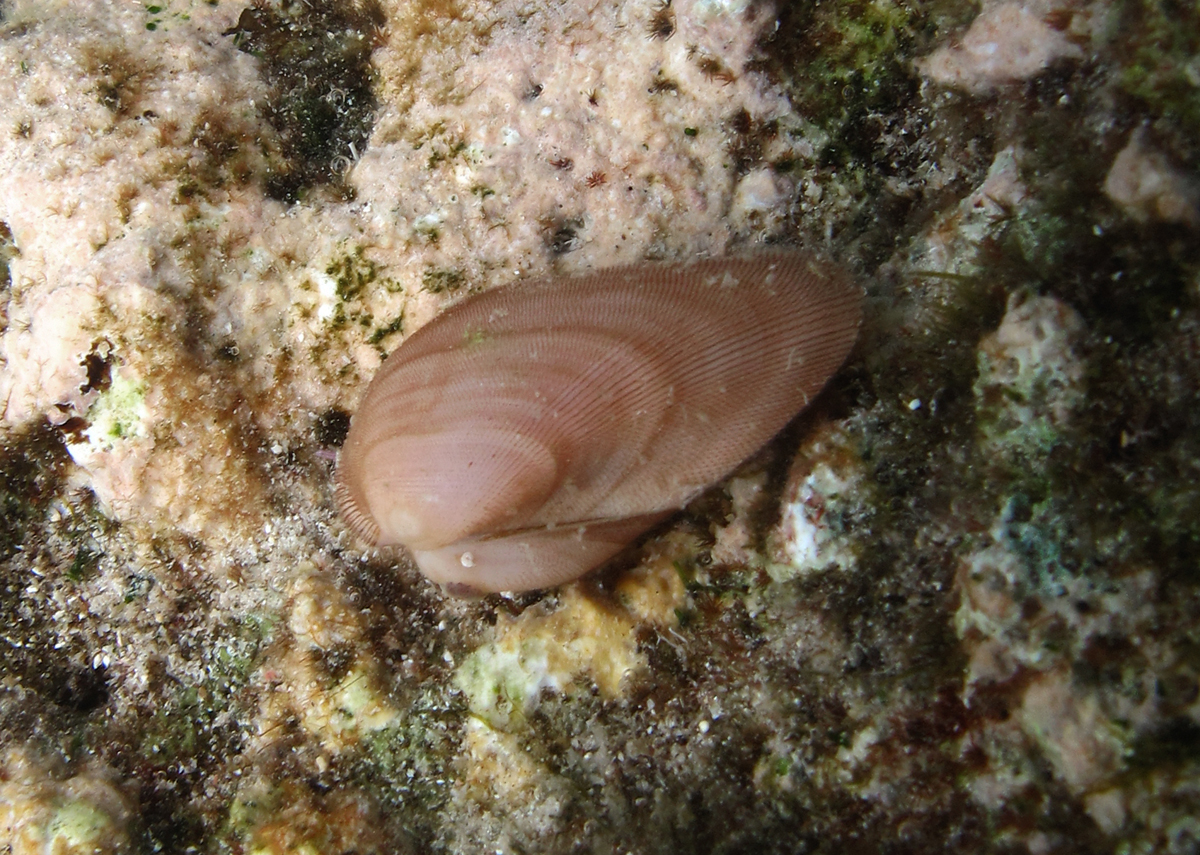
Calloarca tenella?
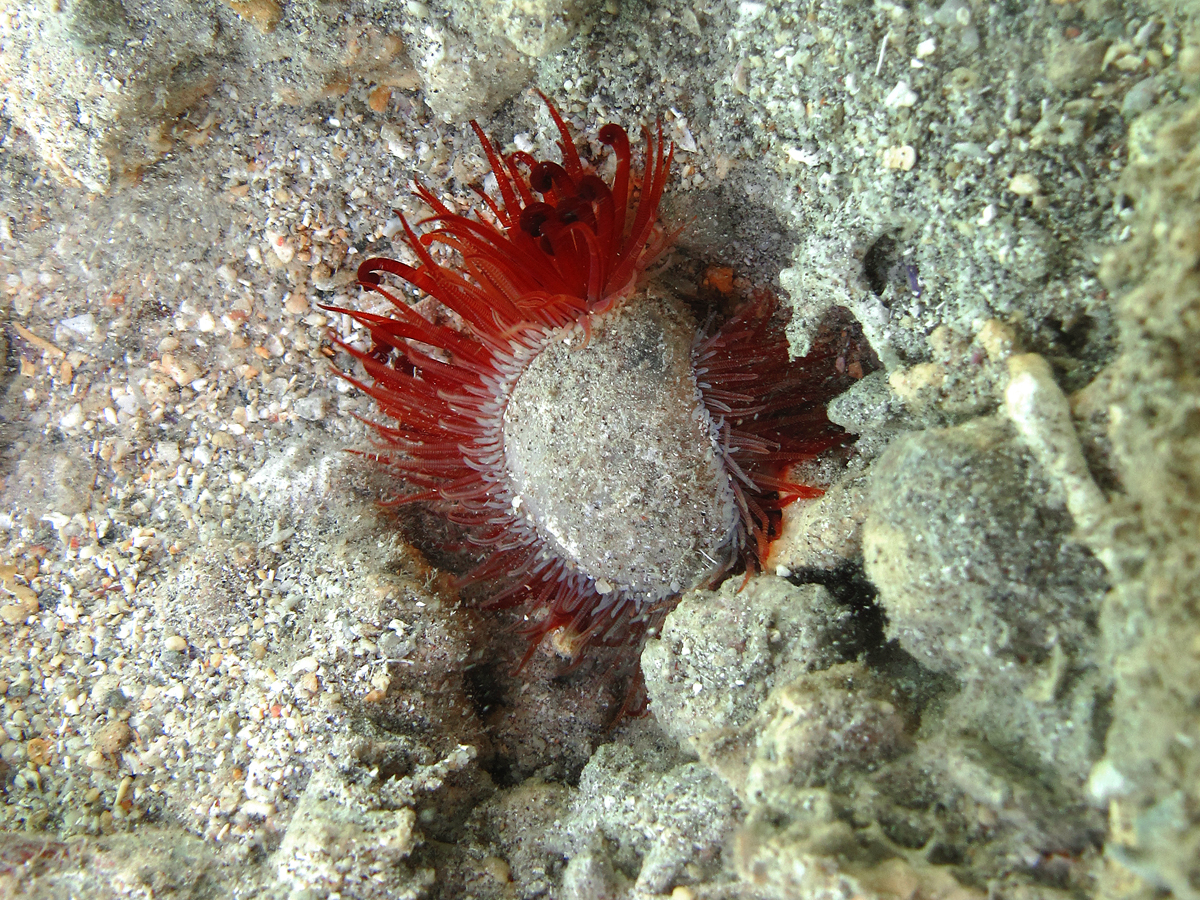
Lime fragile (Limaria fragilis)
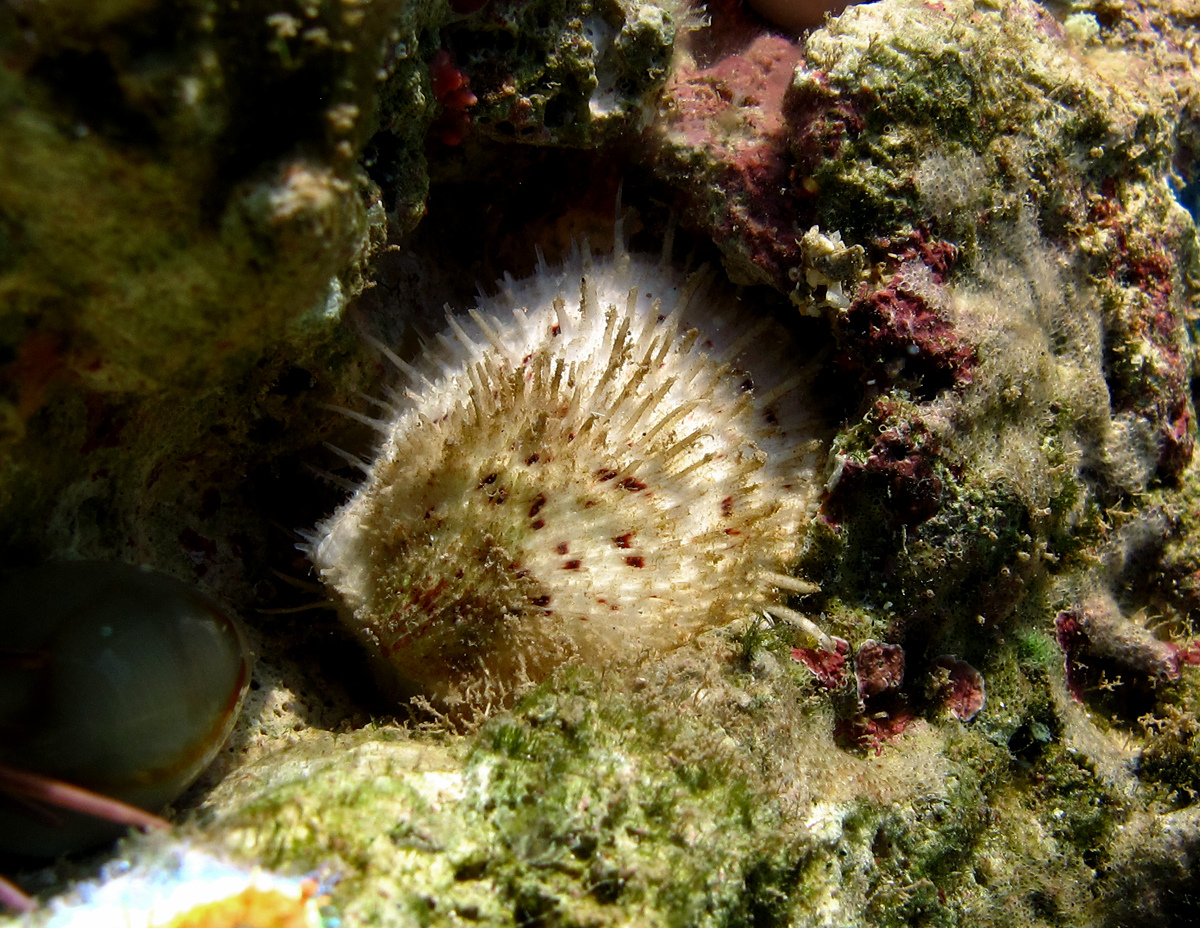
Spondylus nicobaricus?
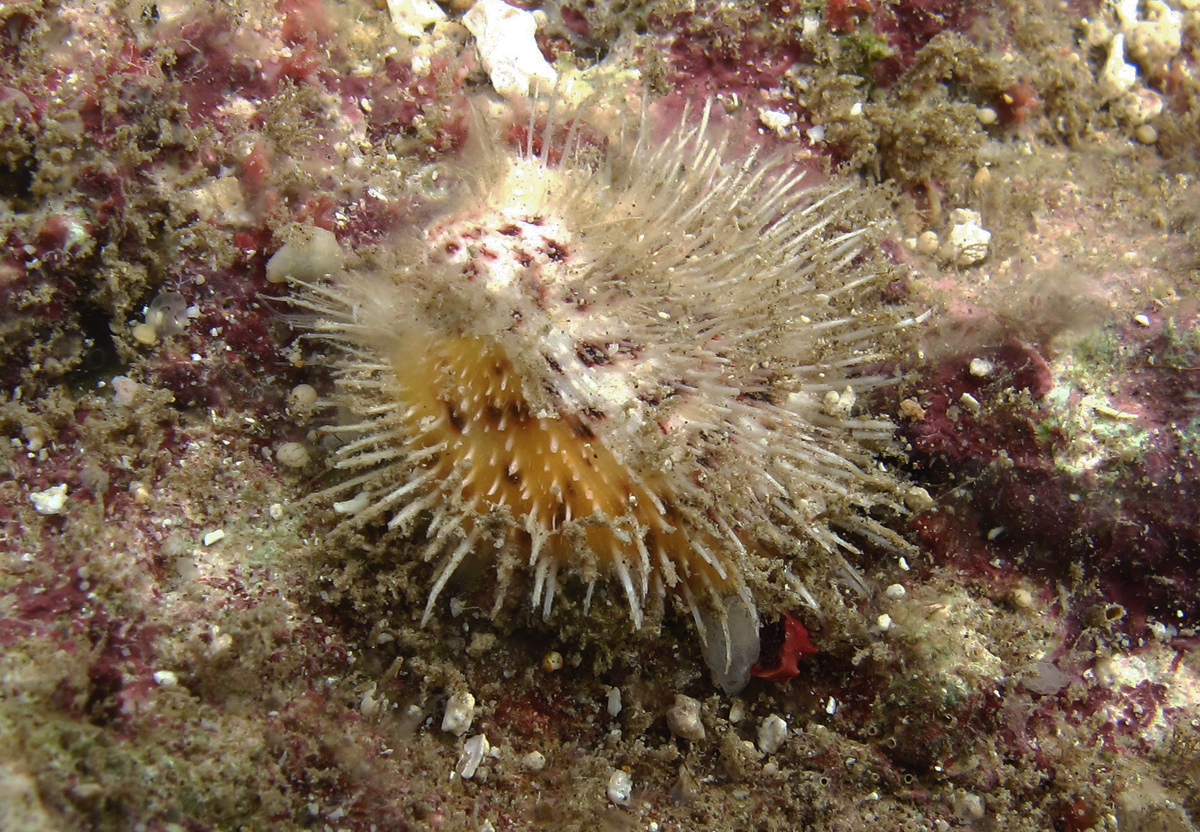
Spondylus sp.
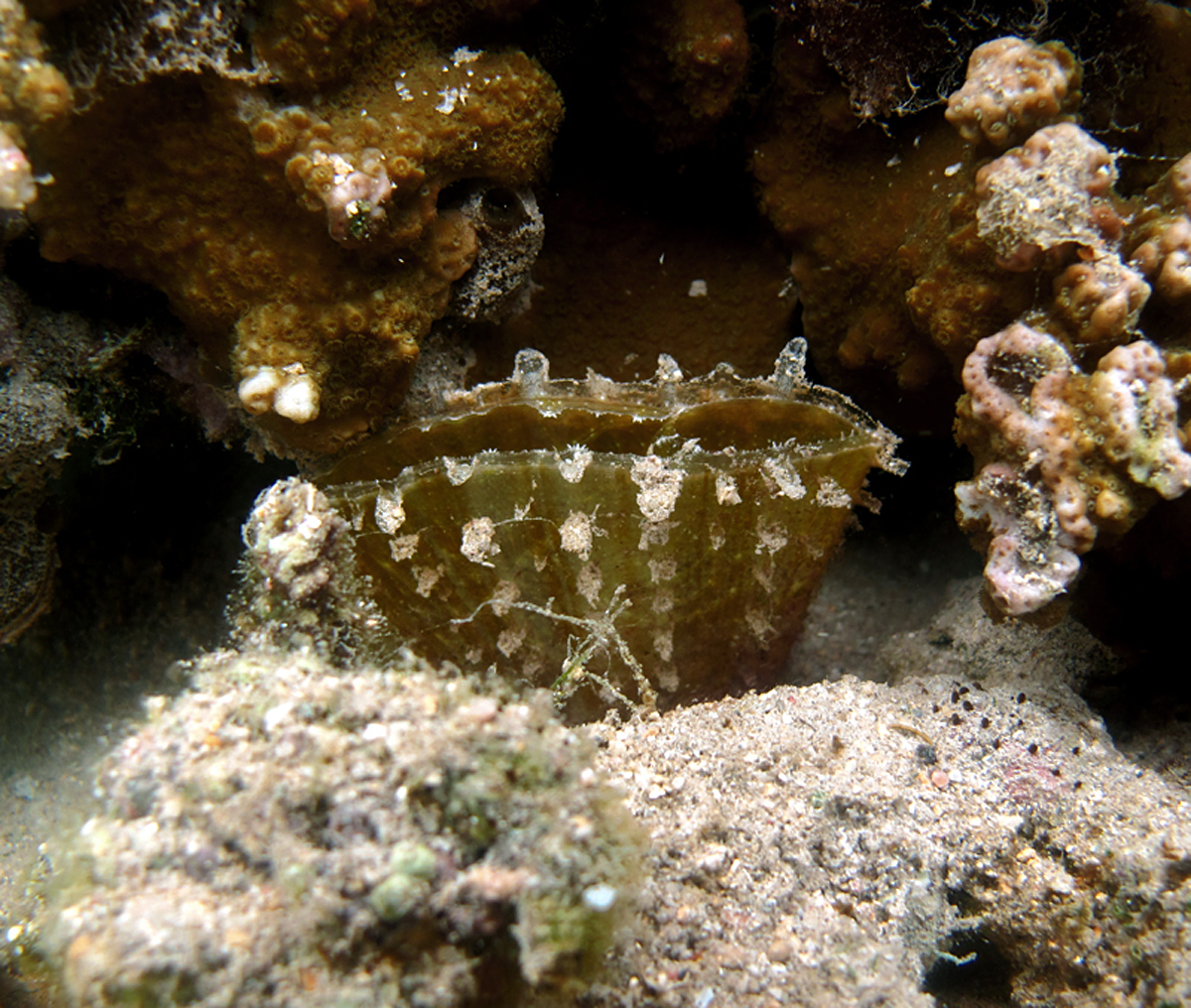
Streptopinna saccata?
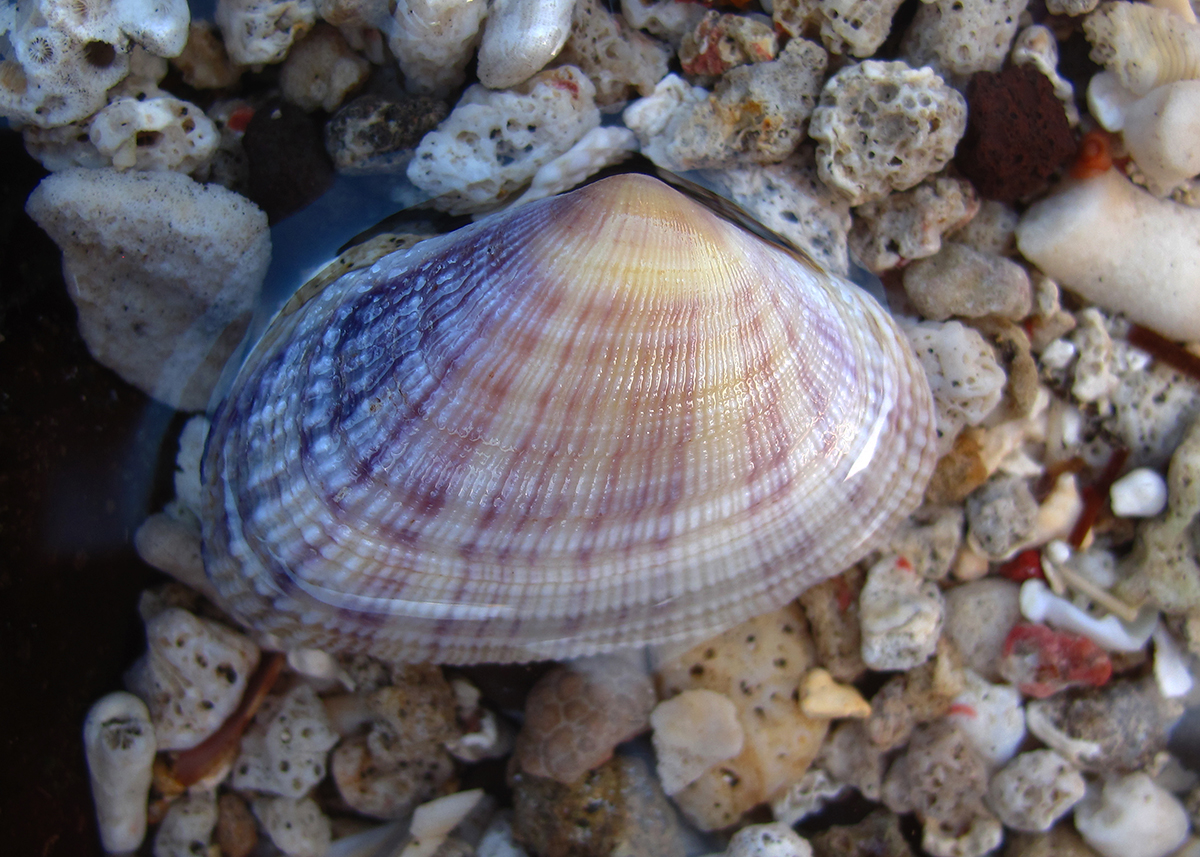
Asaphis violascens
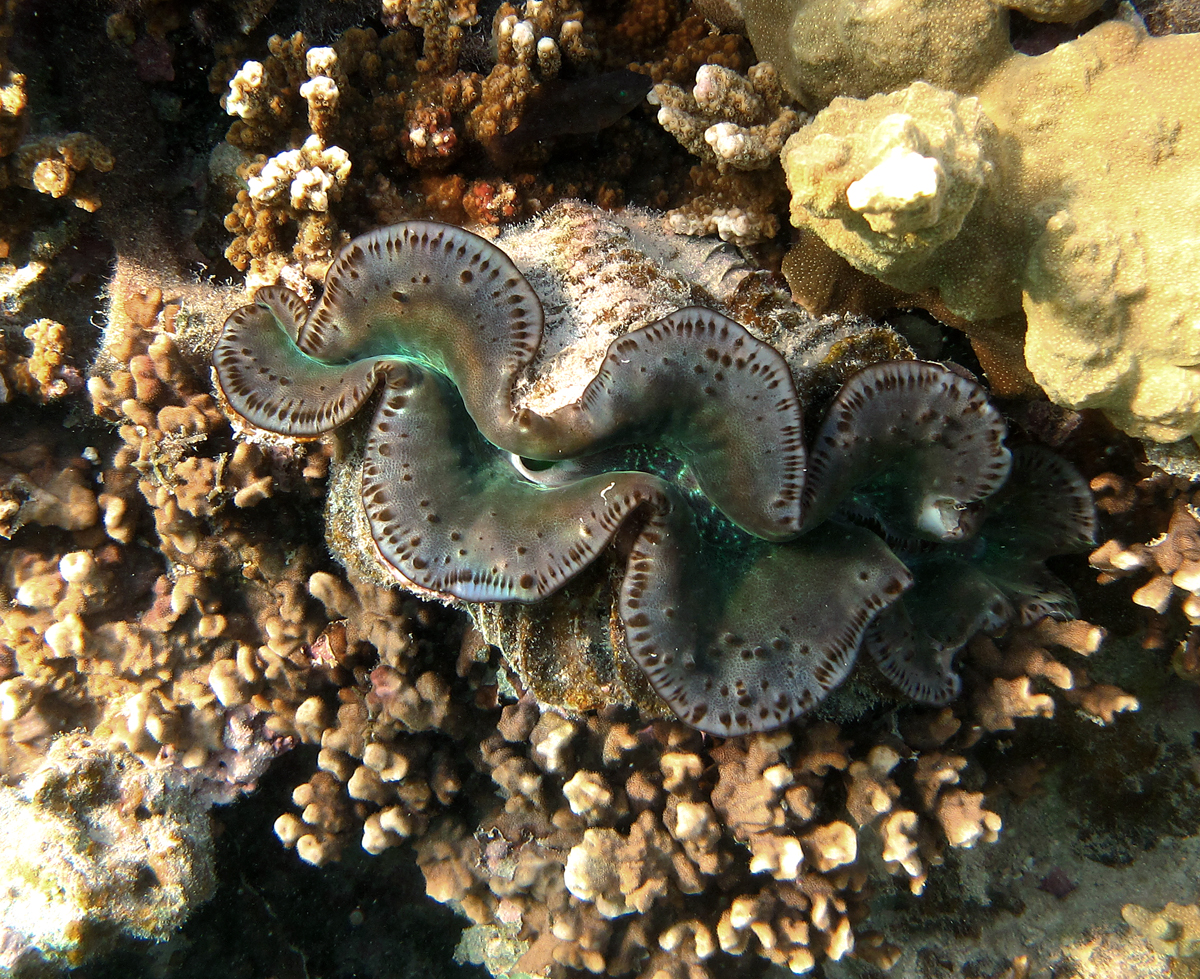
Bénitier géant (Tridacna maxima)
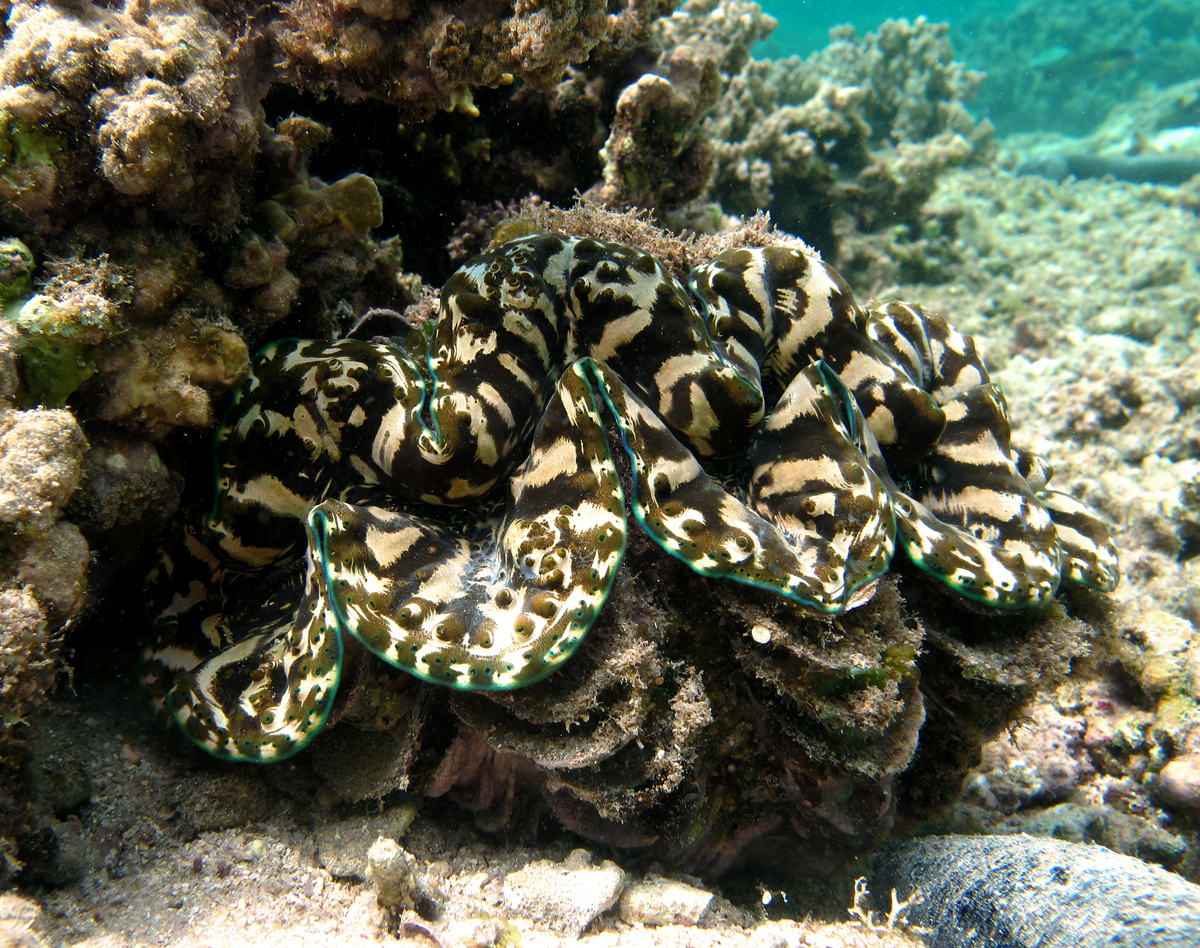
Grand bénitier gaufré (Tridacna squamosa)
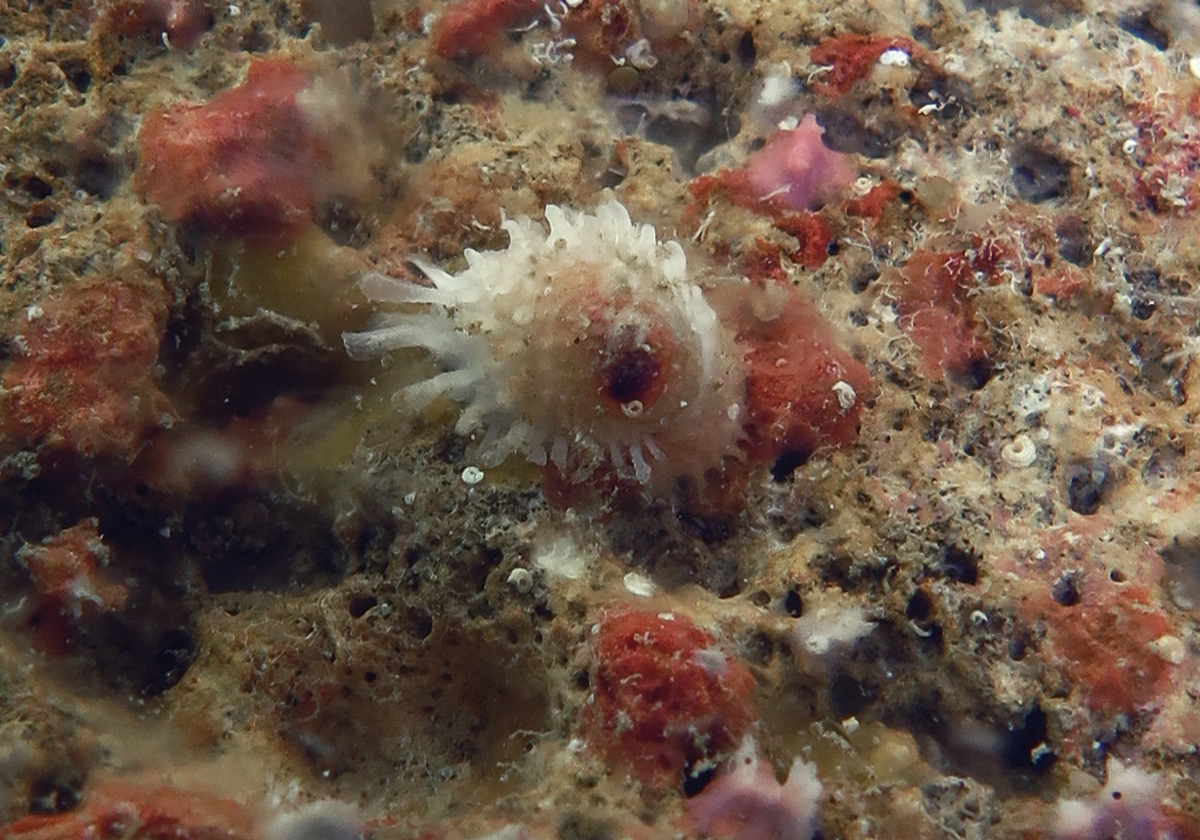
Chama asperella
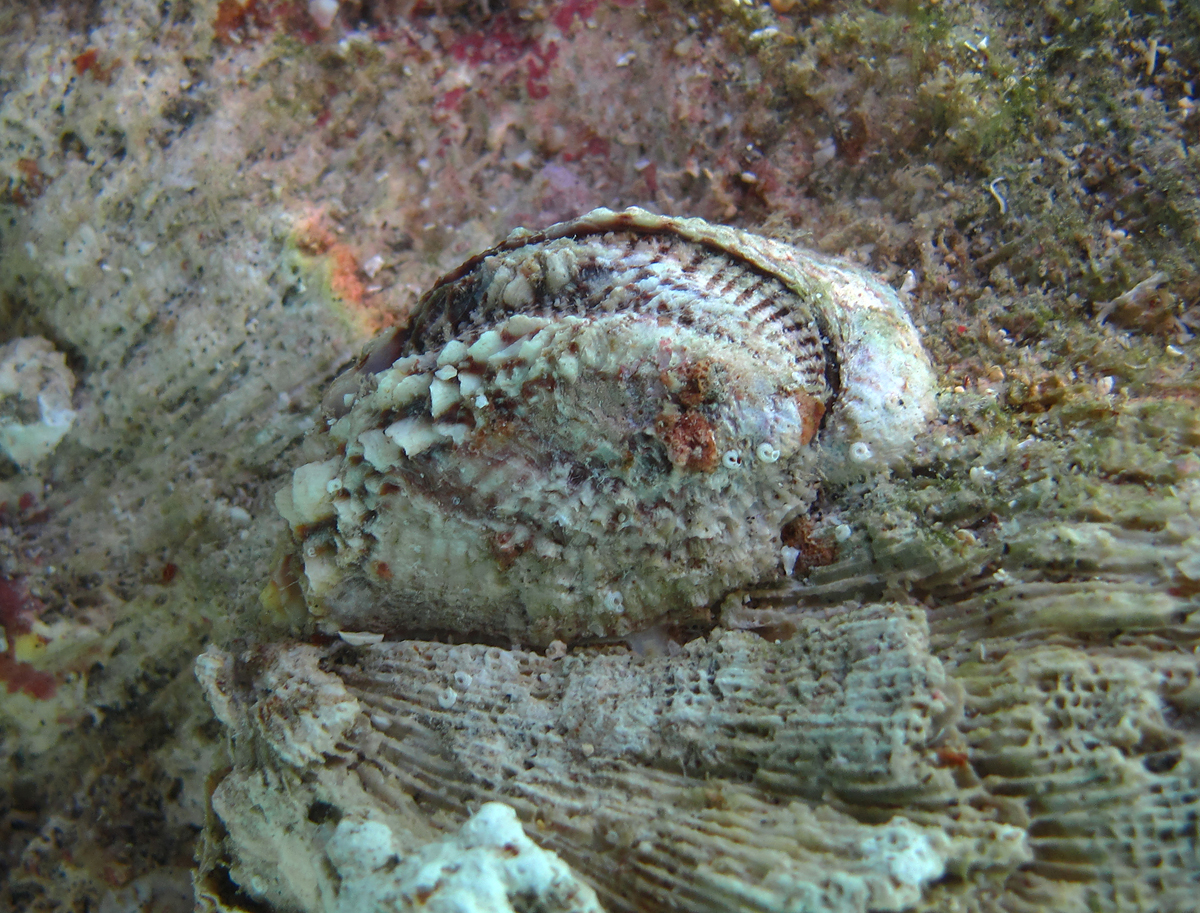
Chama croceata
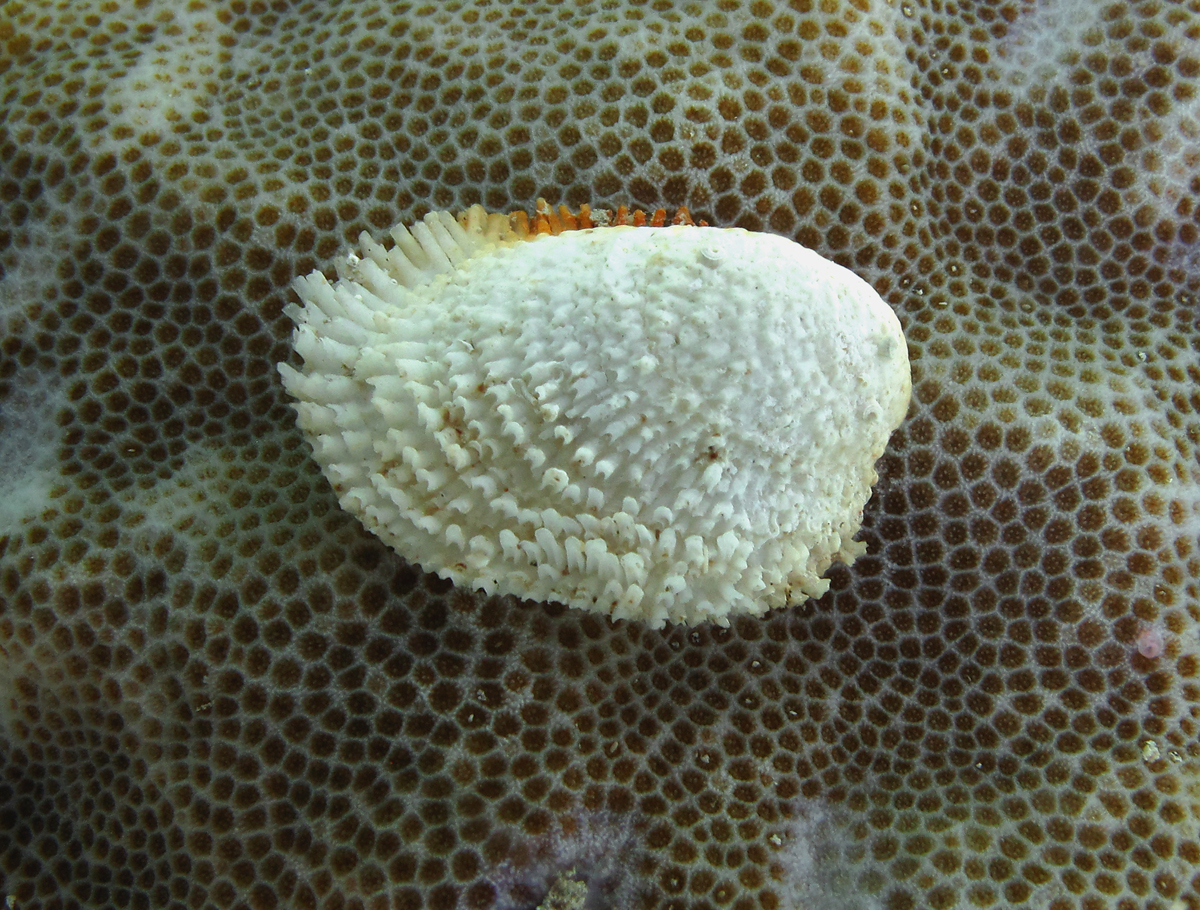
Chama jukesi
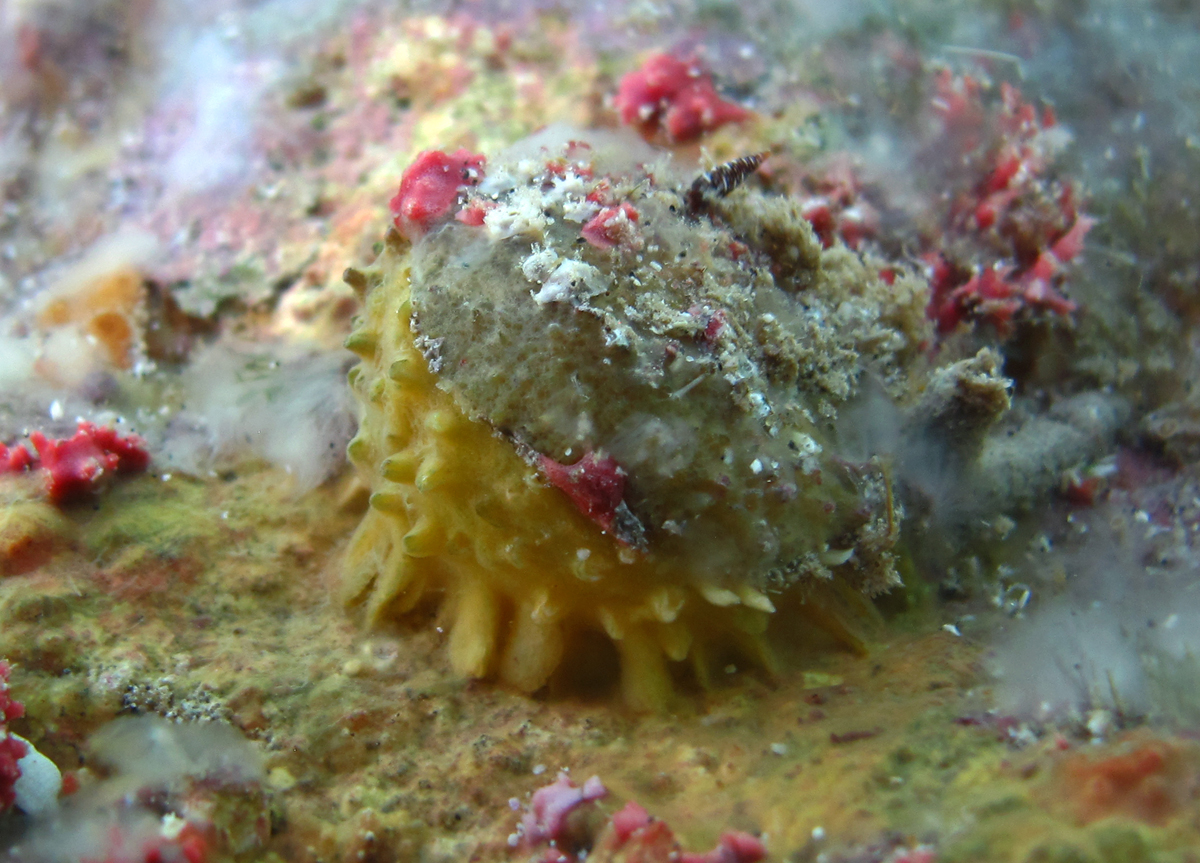
Chama sp.
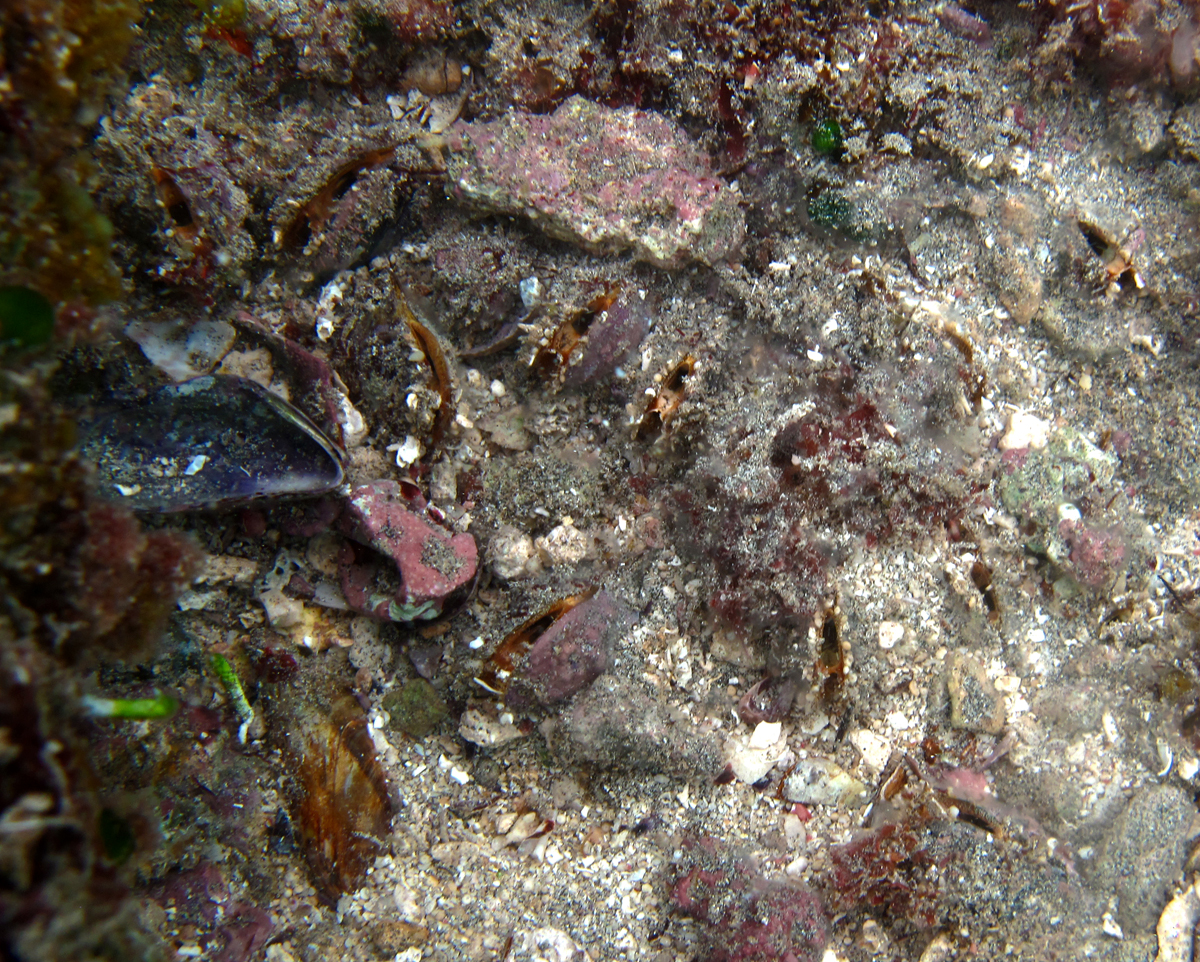
Une colonie de Modiolus auriculatus
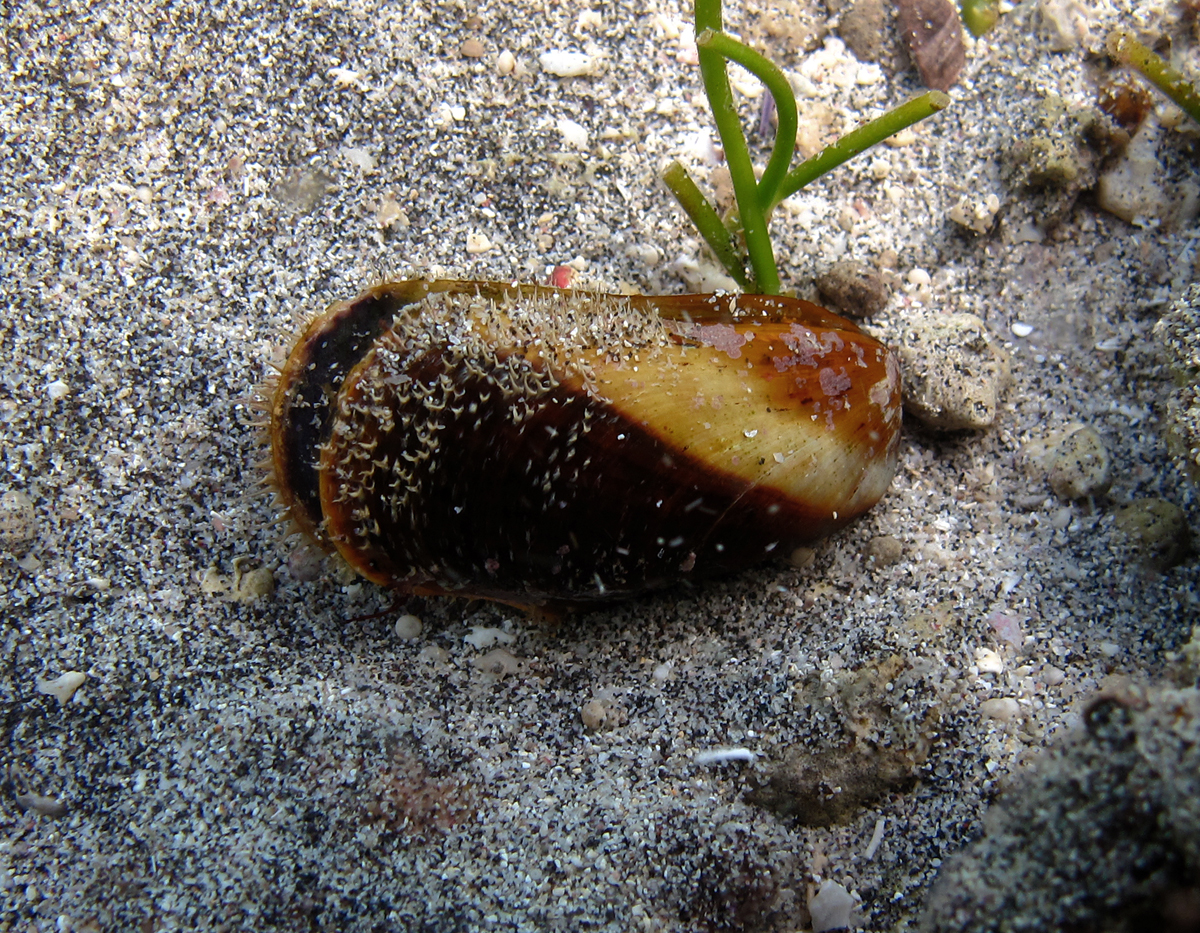
Une coquille vide de Modiolus auriculatus
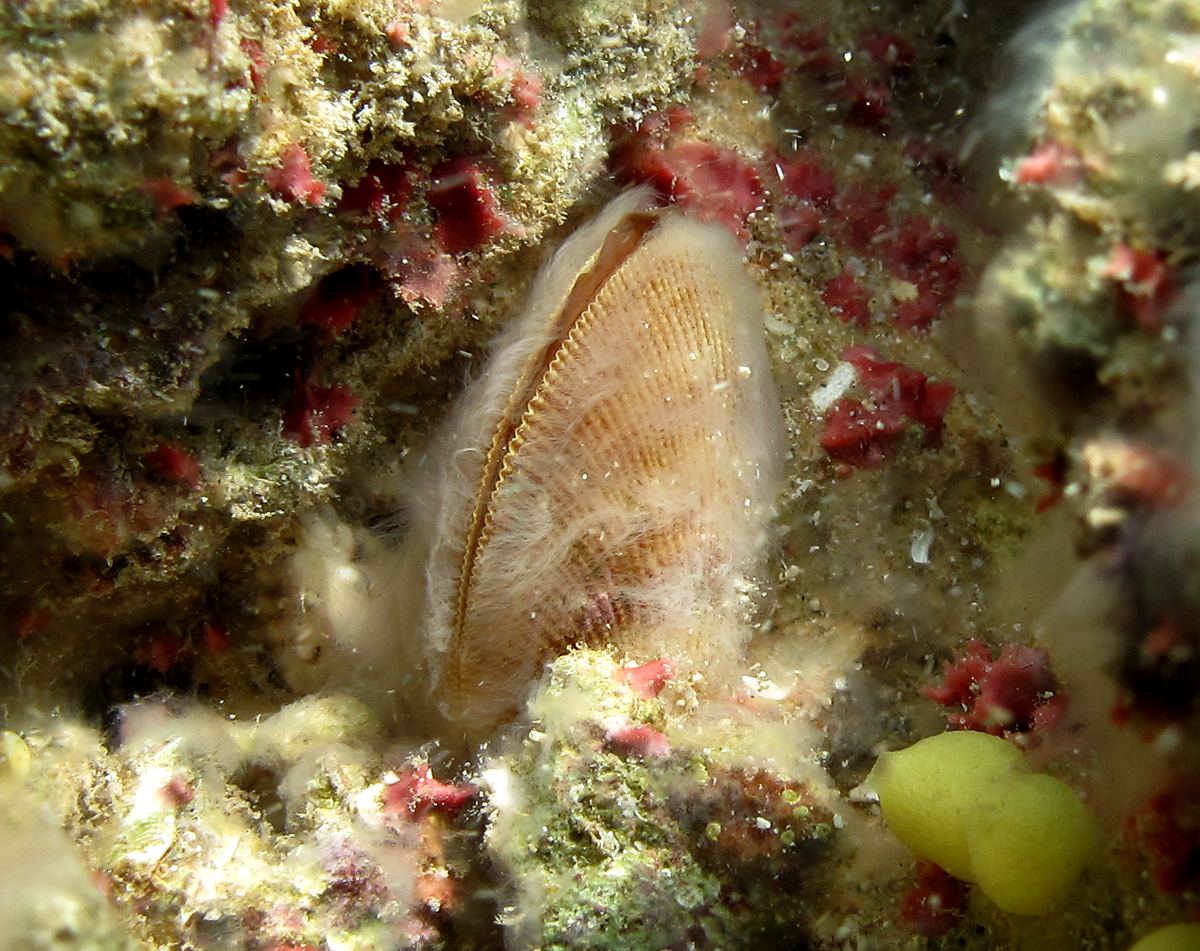
Un bivalve Acrosterigma discus (couverte par du mycélium de champignon marin)
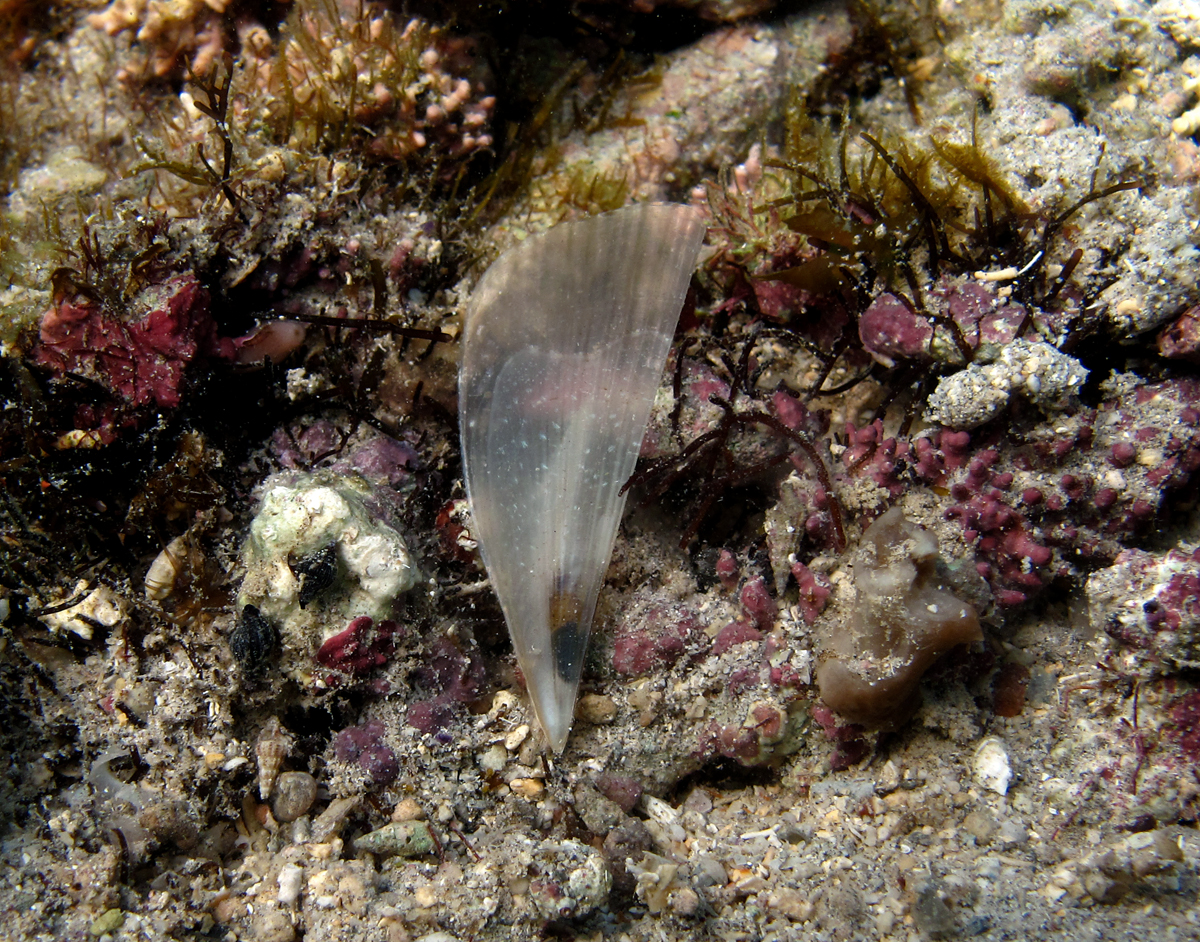
Pinna muricata
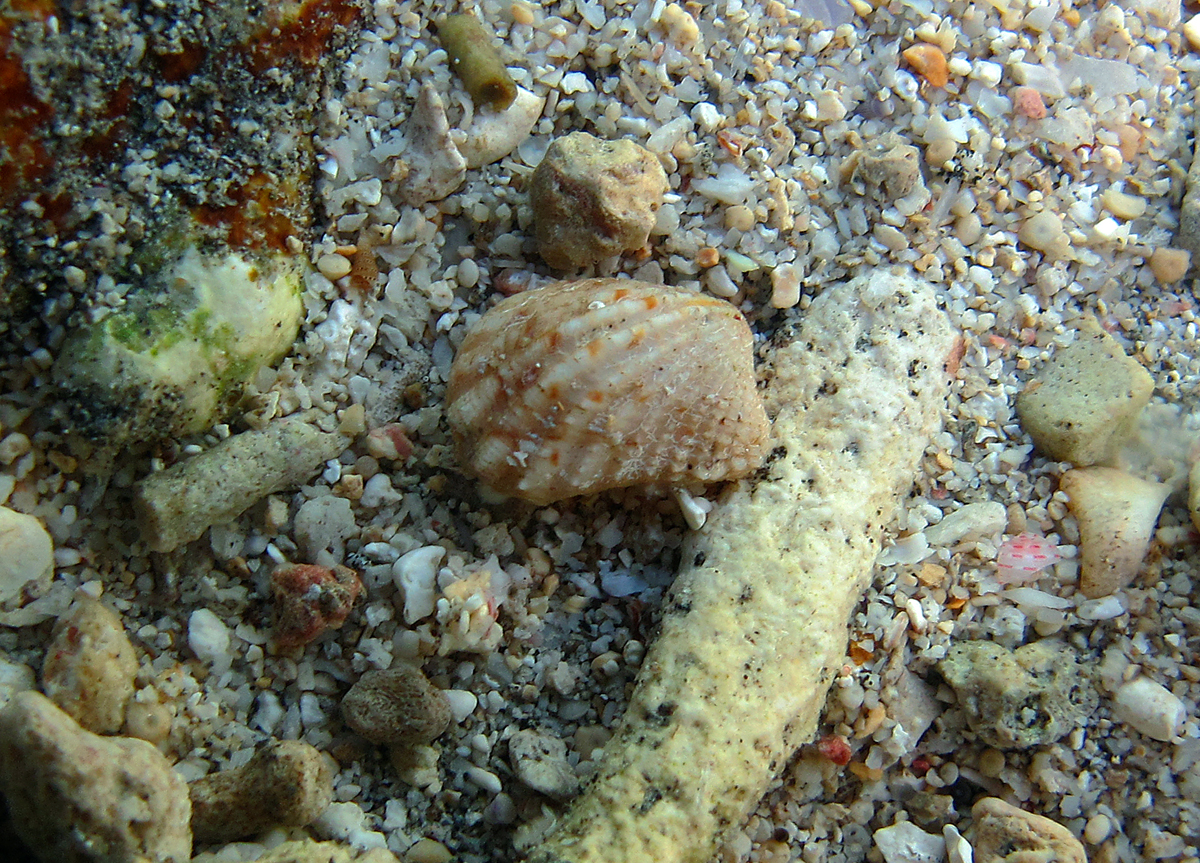
Cardita variegata
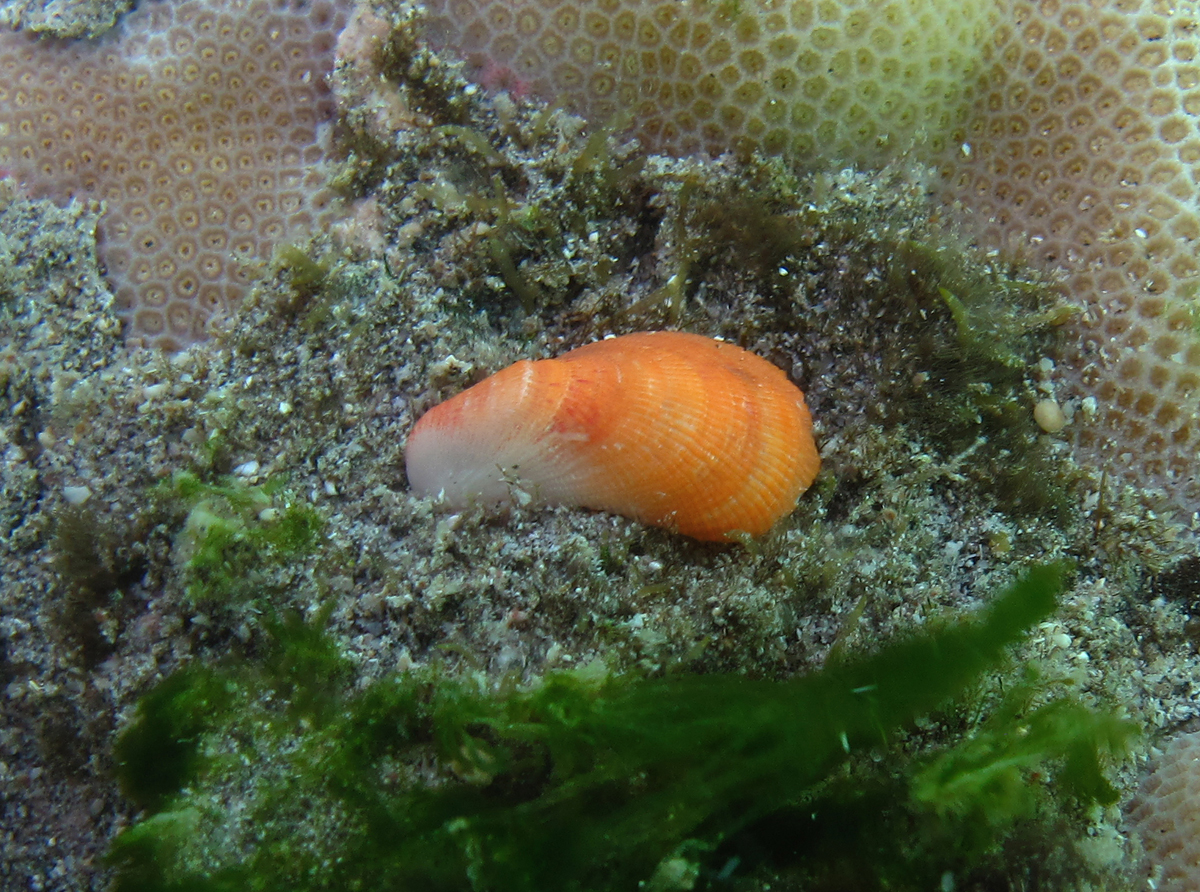
La valve supérieure d'une Septifer bilocularis
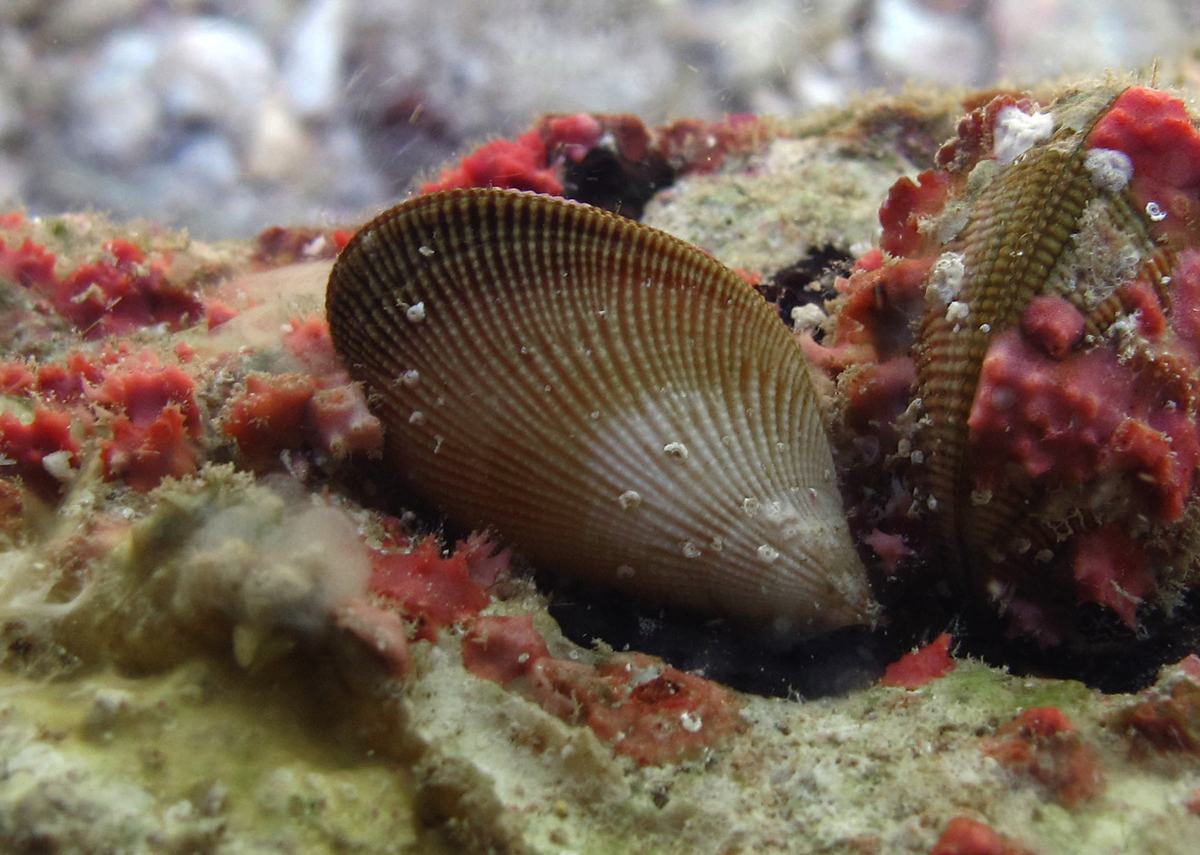
Moules Septifer excisus
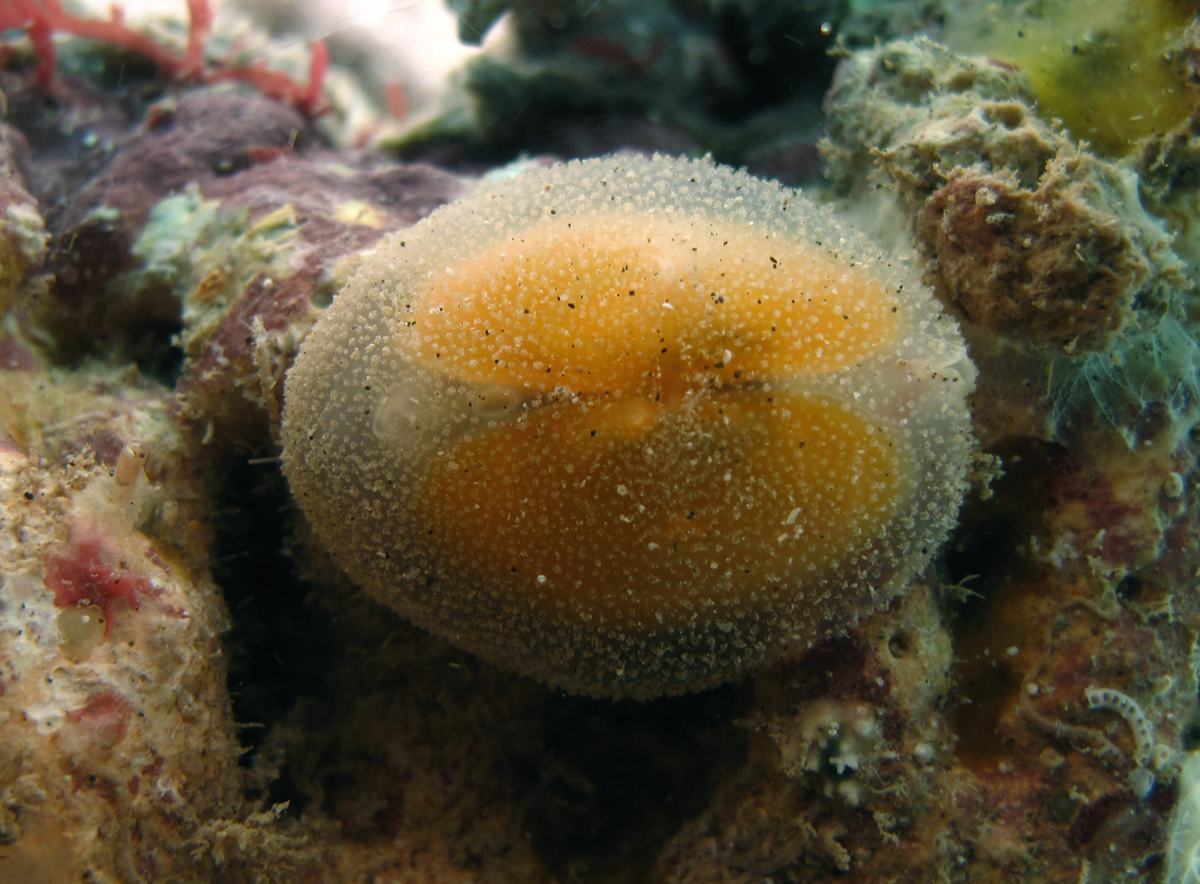
Amphilepida aurantia?
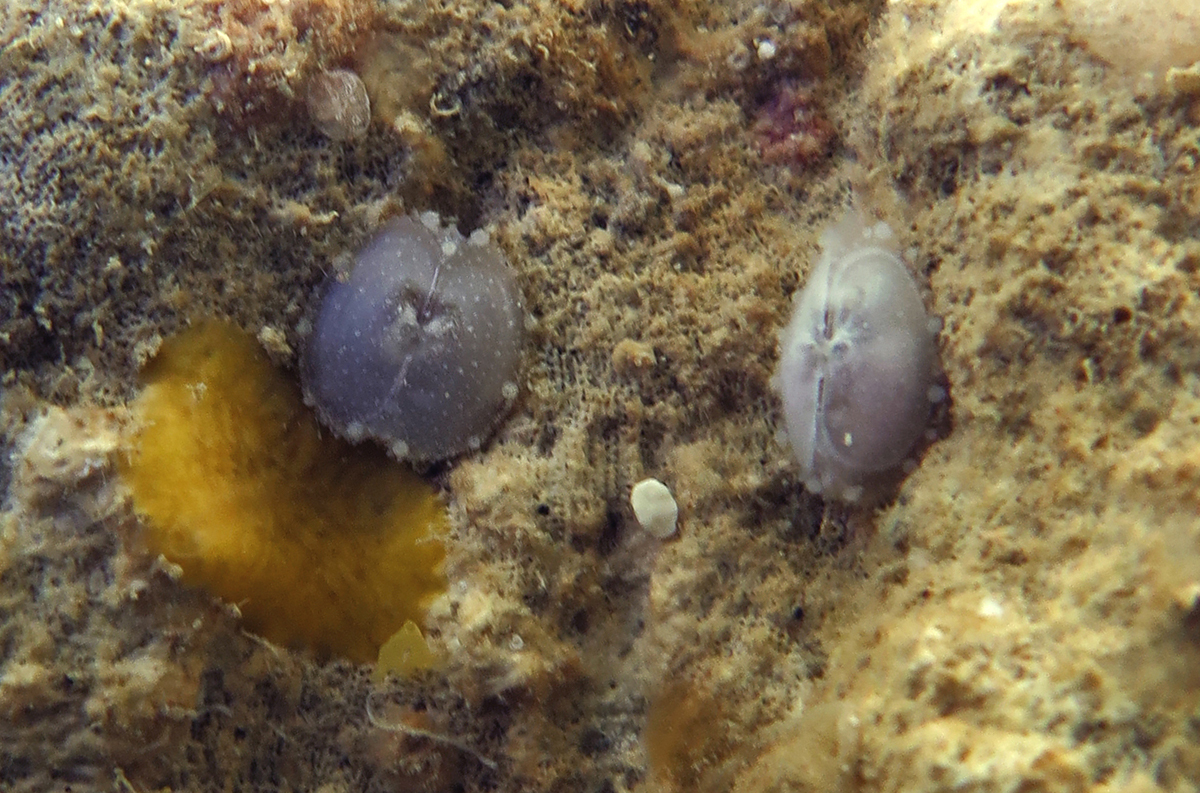
Scintilla violescens?
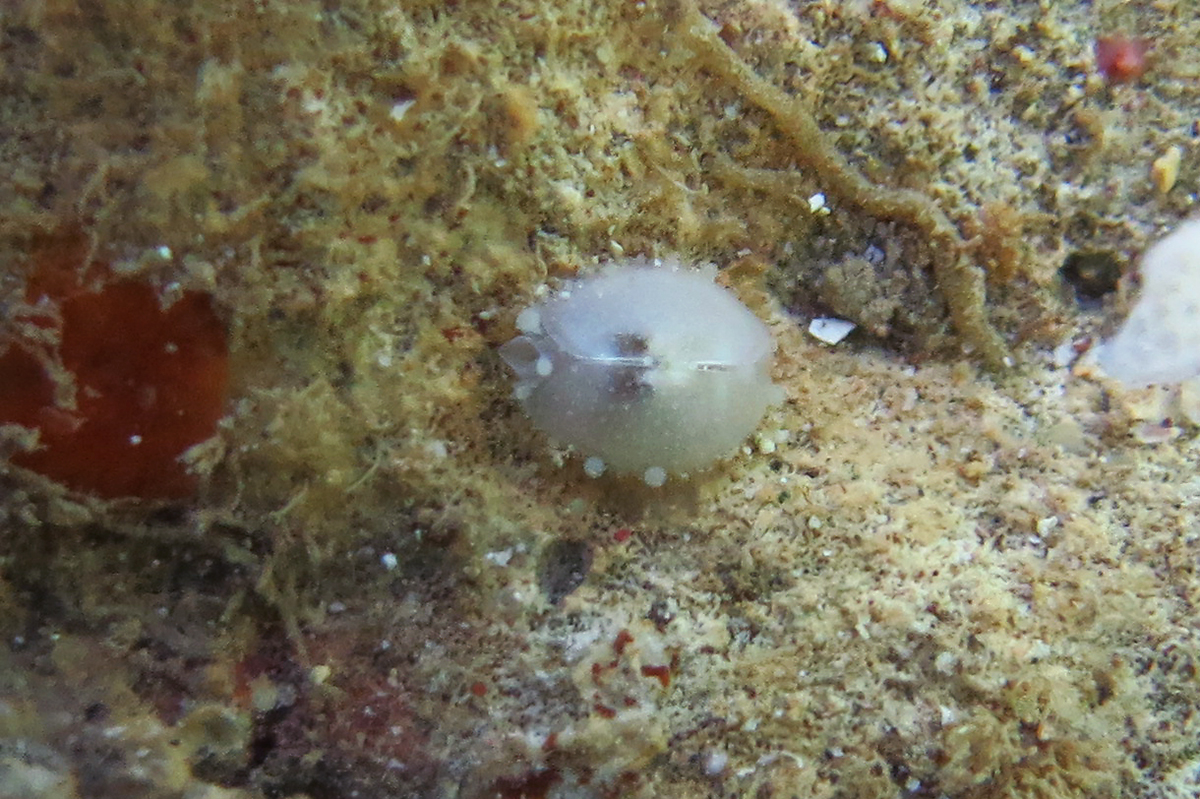
Scintilla sp.
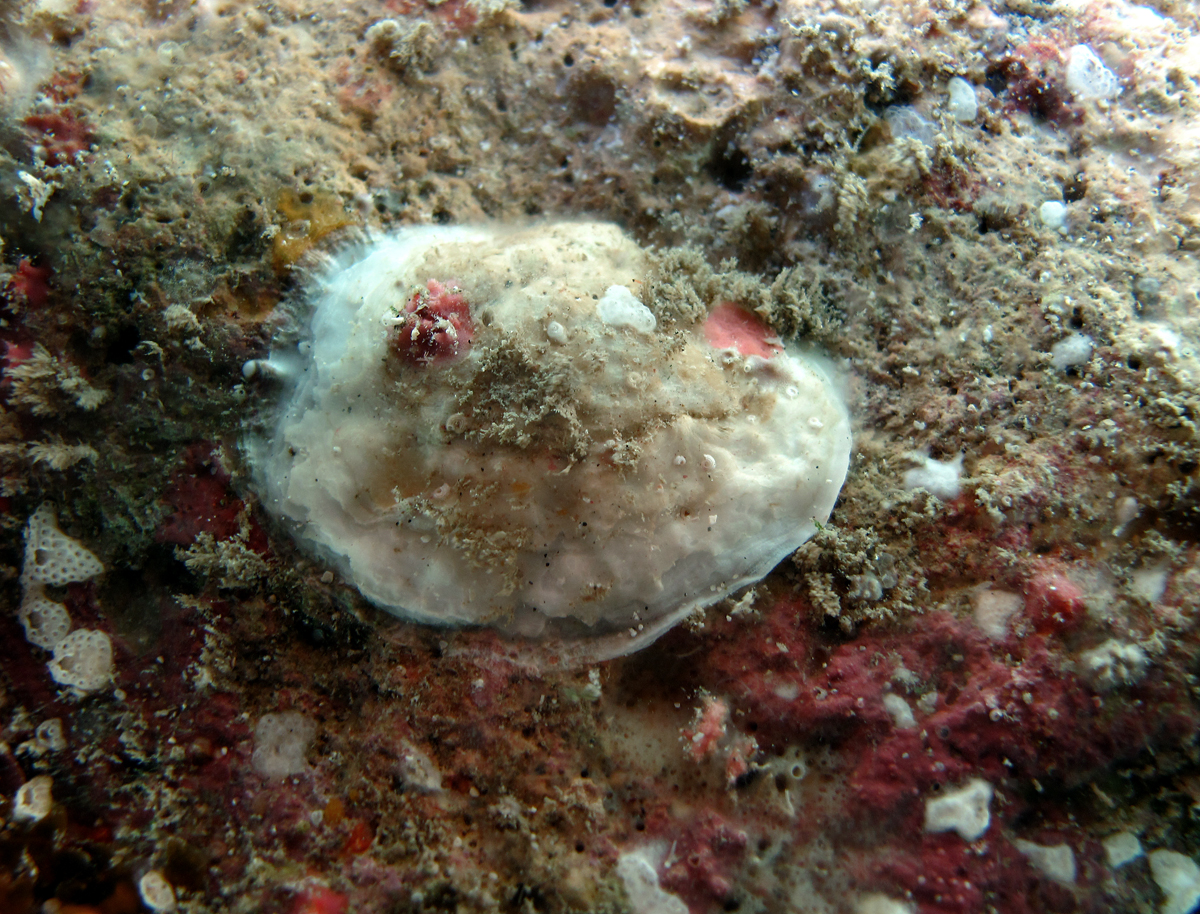
Anomia achaeus?
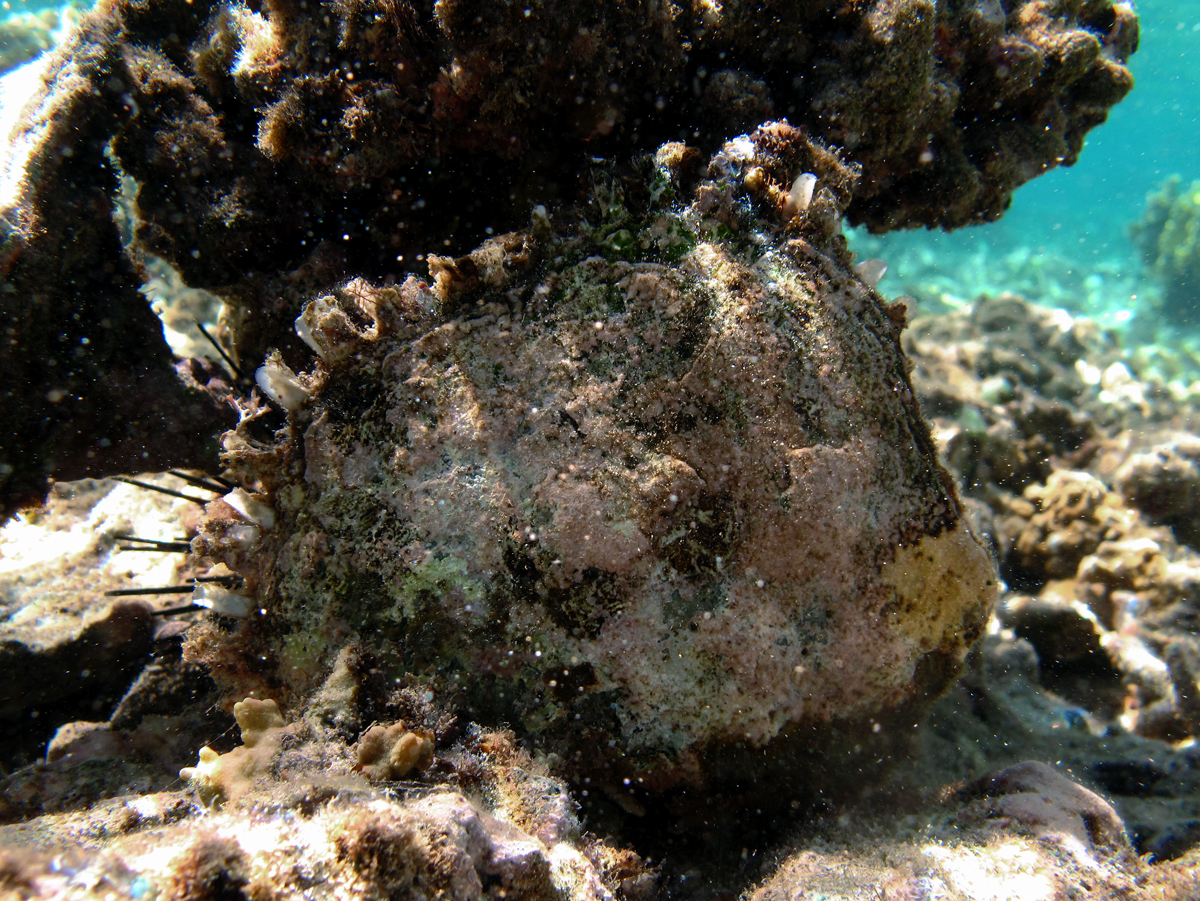
Un bivalve du genre Pinctada
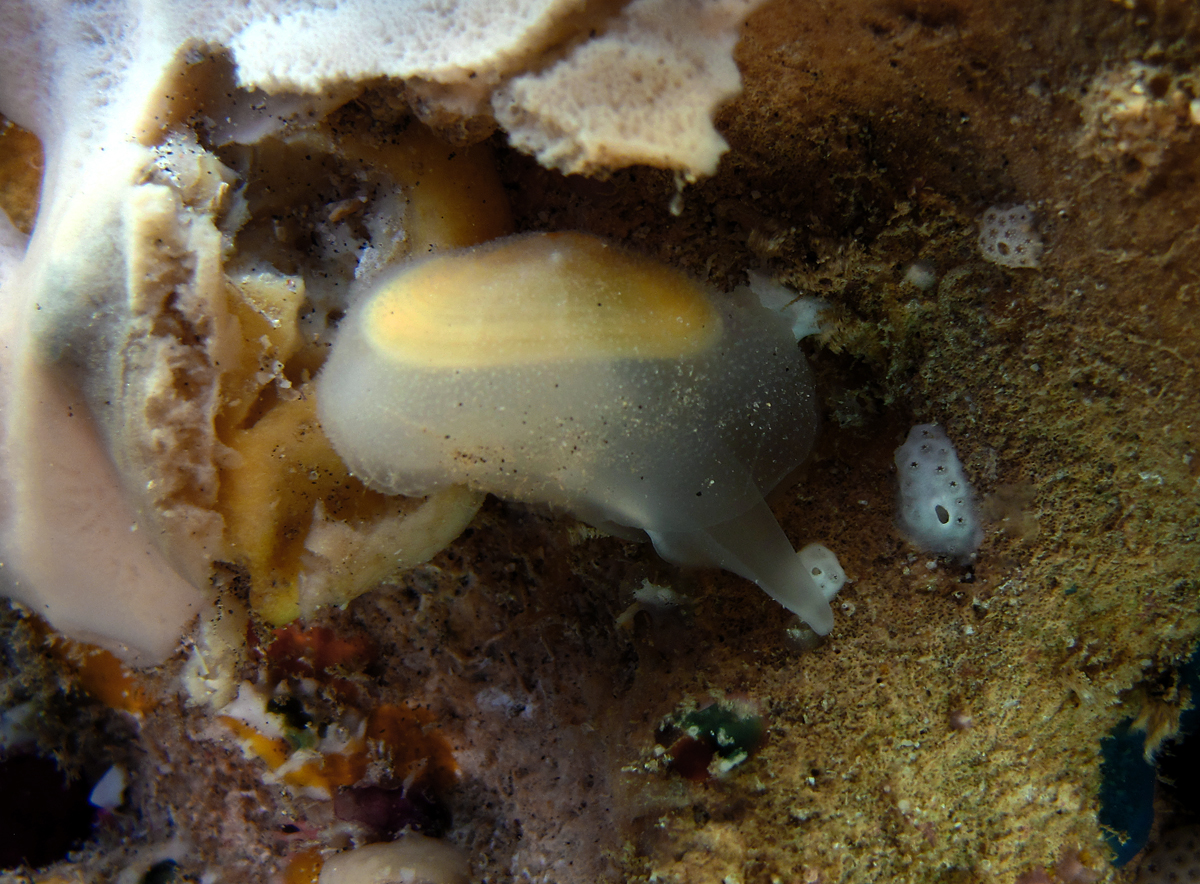
Un bivalve du genre Ephippodonta?
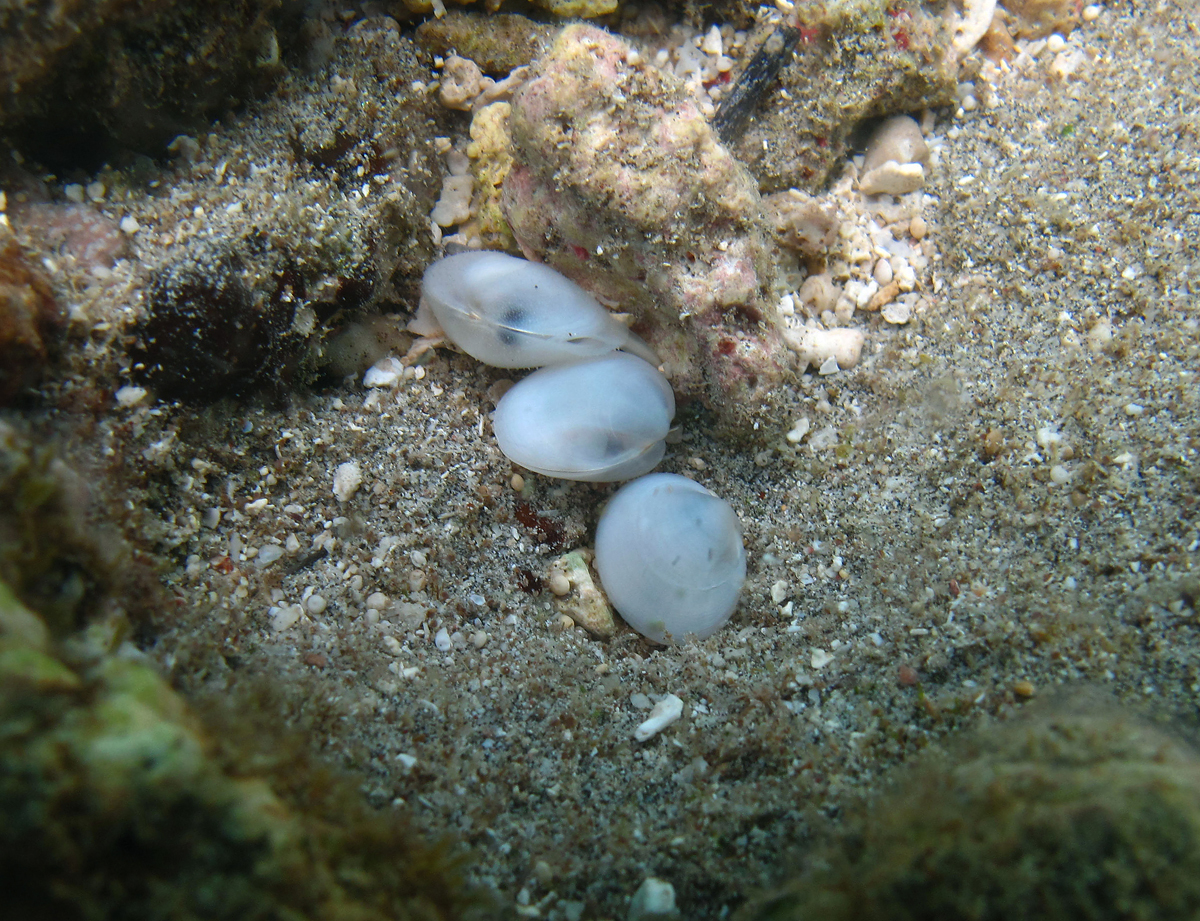
Un groupe de bivalves de la famille des Galeommatidae
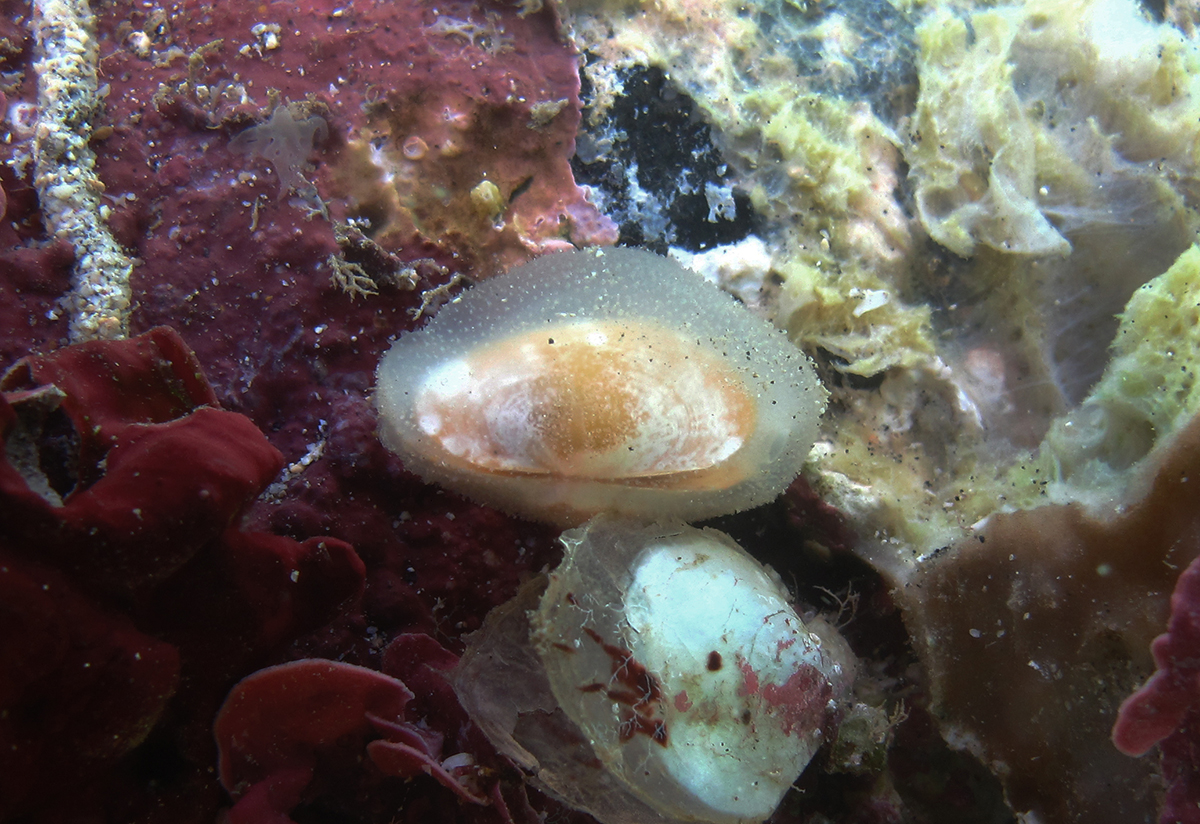
Un bivalve de la famille des Galeommatidae
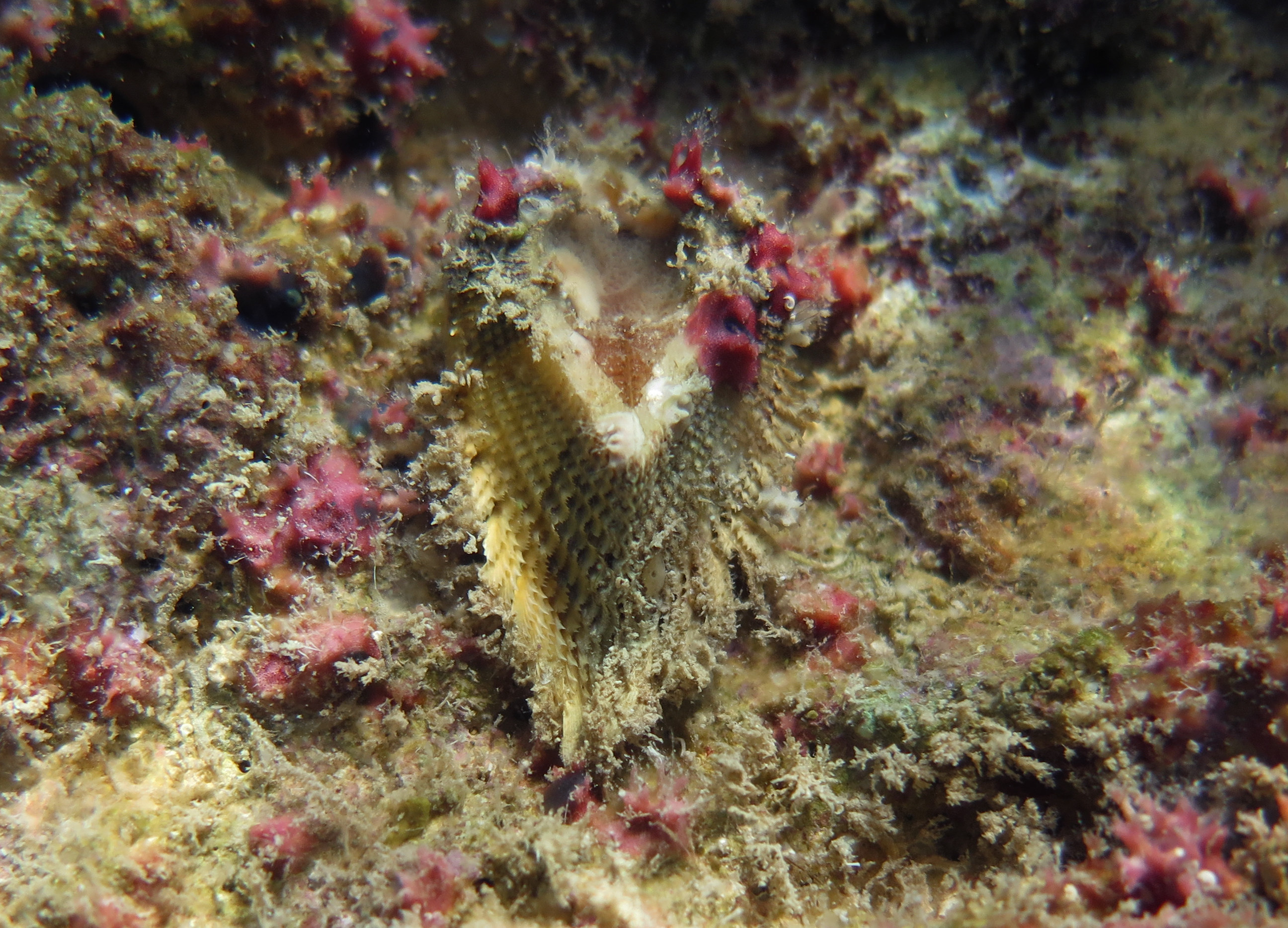
Un bivalve de la famille des Arcidae
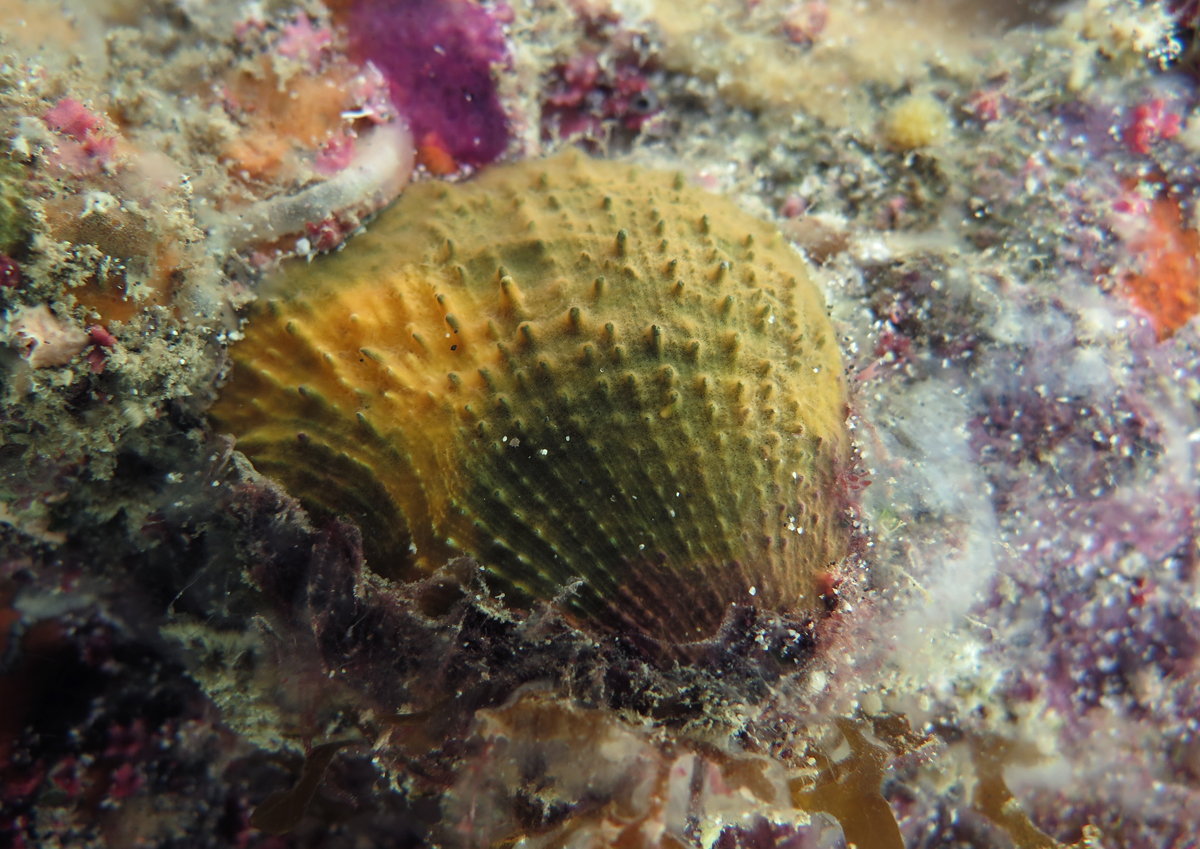
Un bivalve non identifié du groupe des Pectinoidea (peut-être Spondylus sp.)
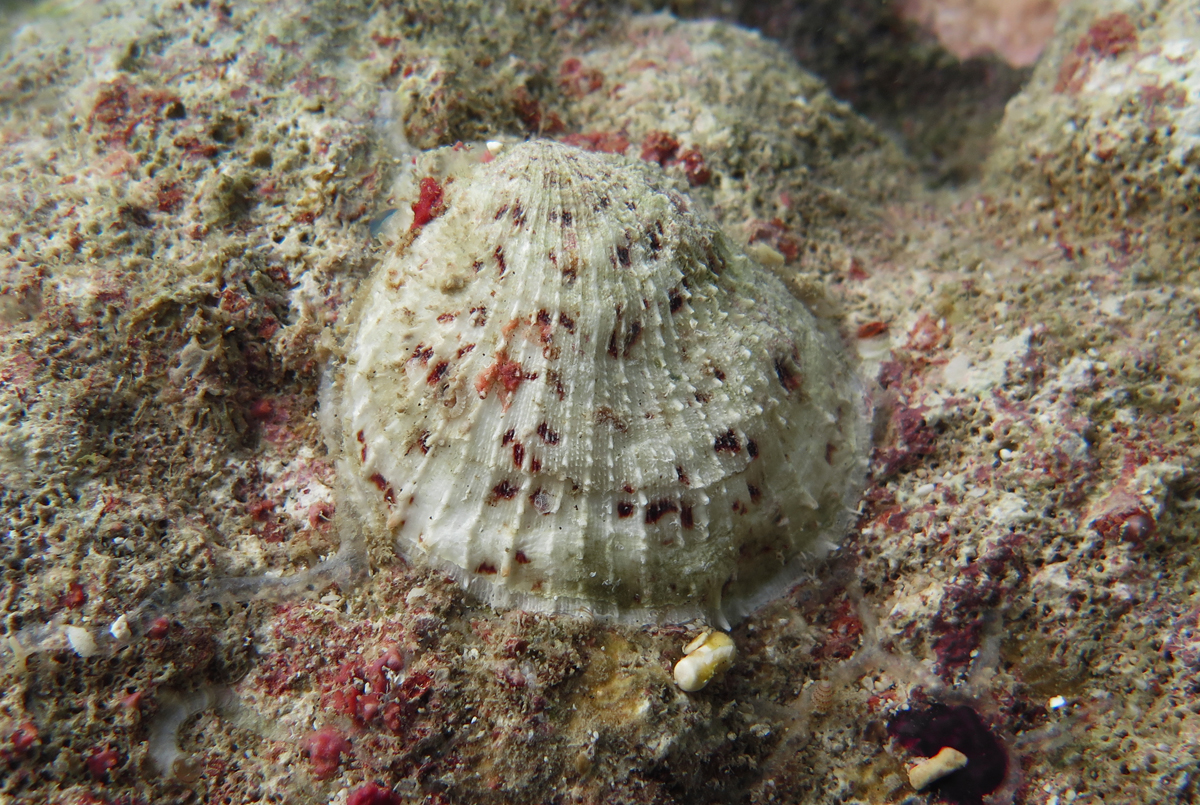
Un bivalve non identifié du groupe des Pectinoidea (peut-être Spondylus sp.)
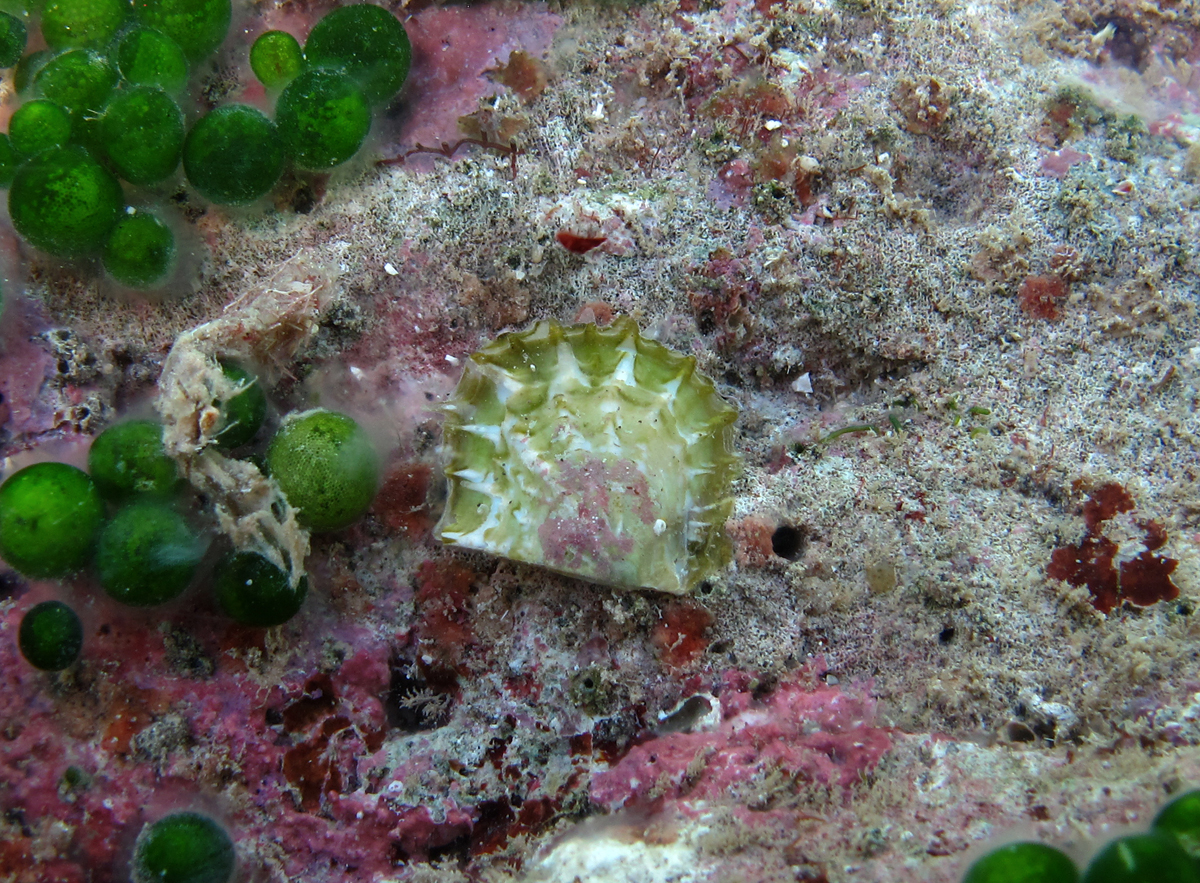
Un bivalve non identifié de la famille des Pteriidae
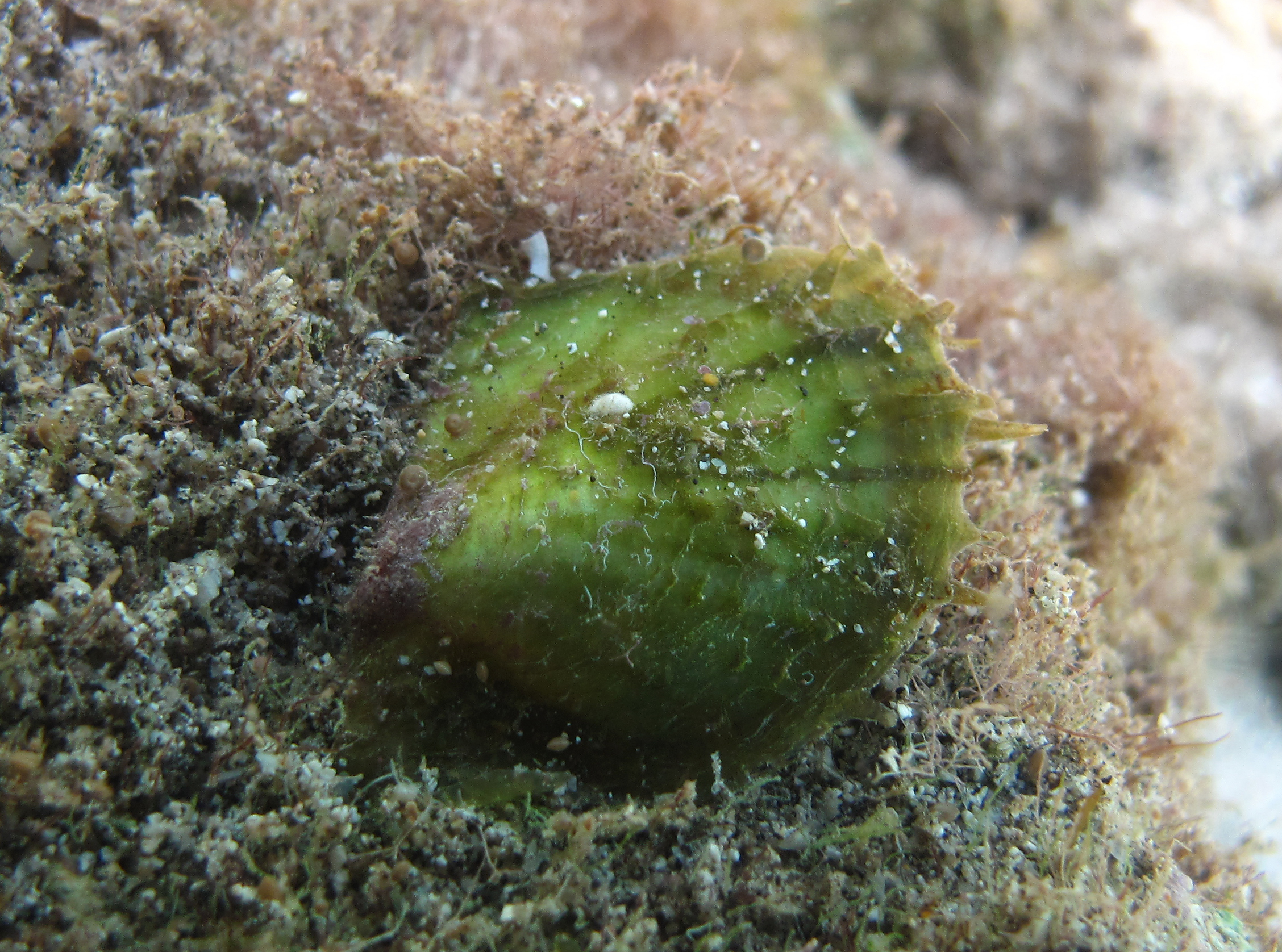
Un bivalve non identifié de la famille des Pteriidae?
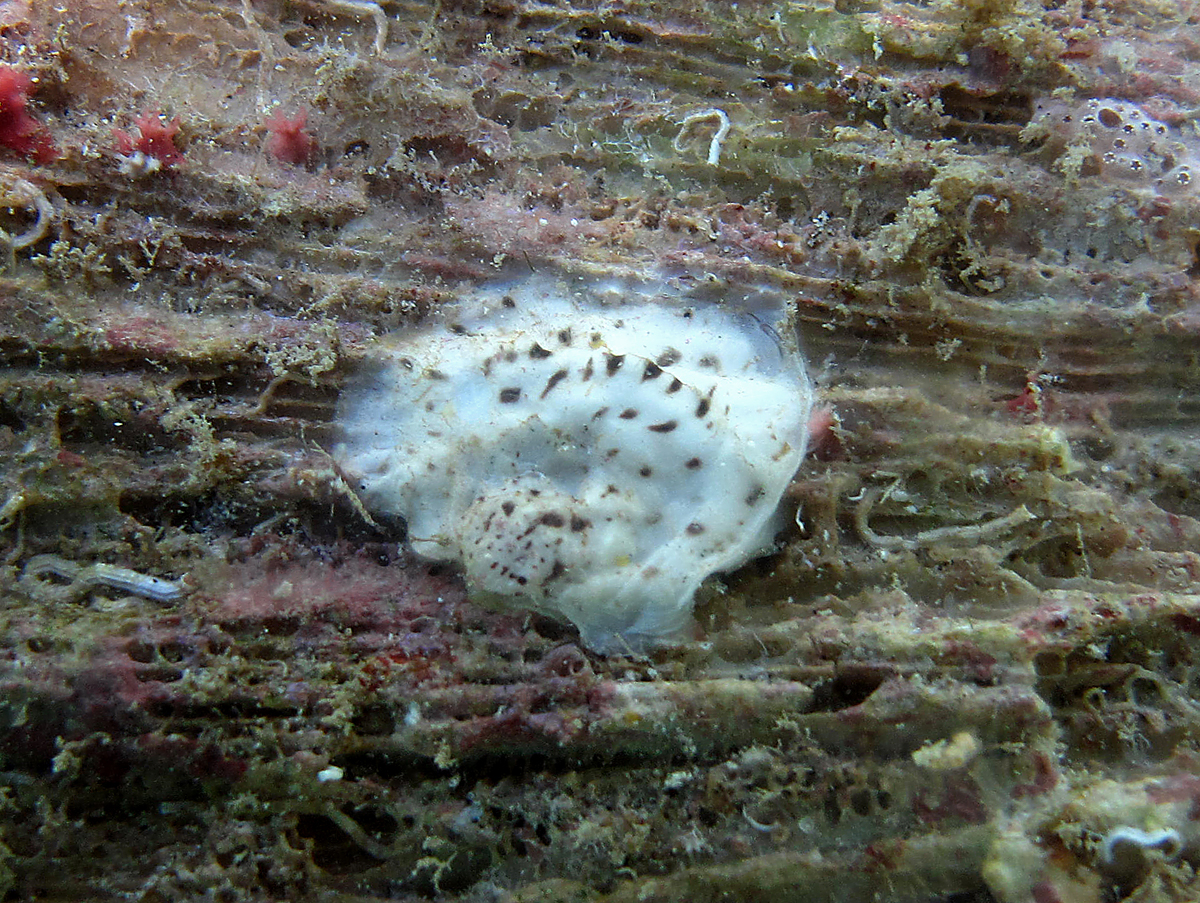
Un bivalve non identifié
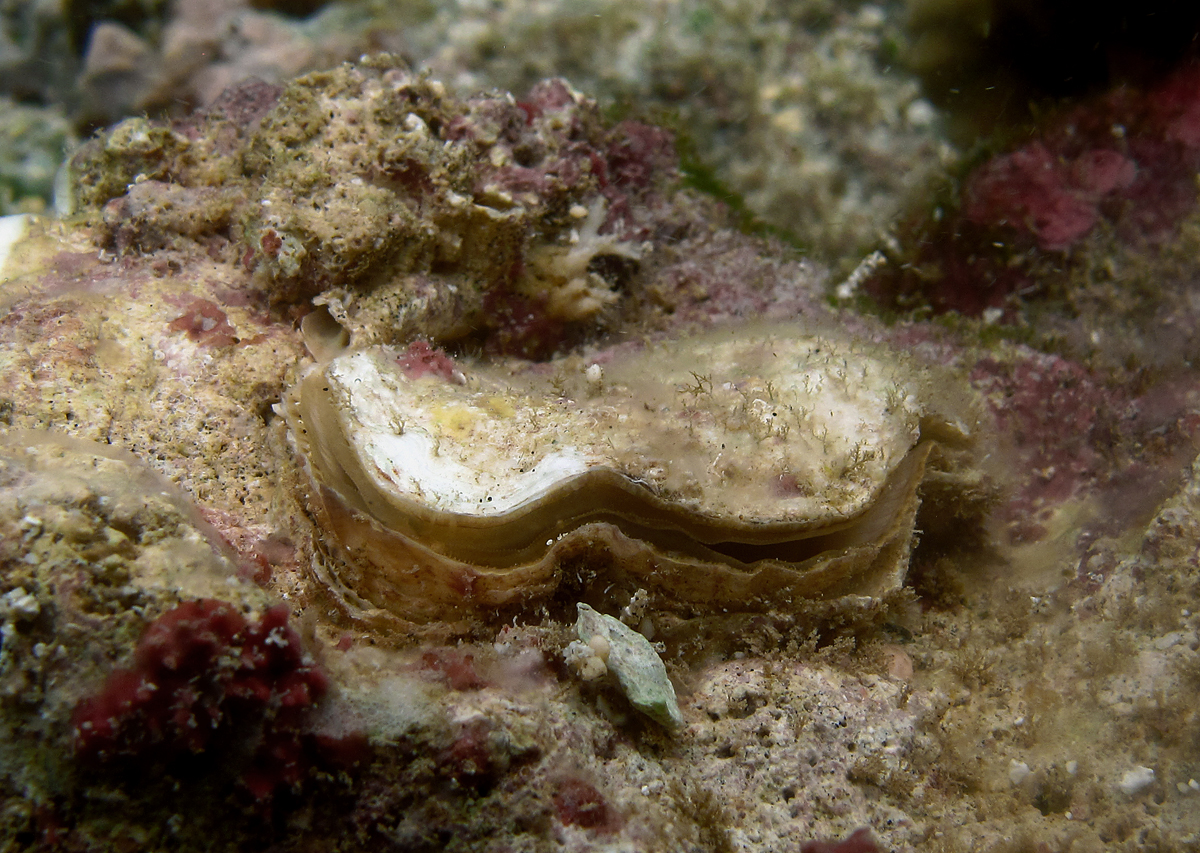
Un bivalve non identifié
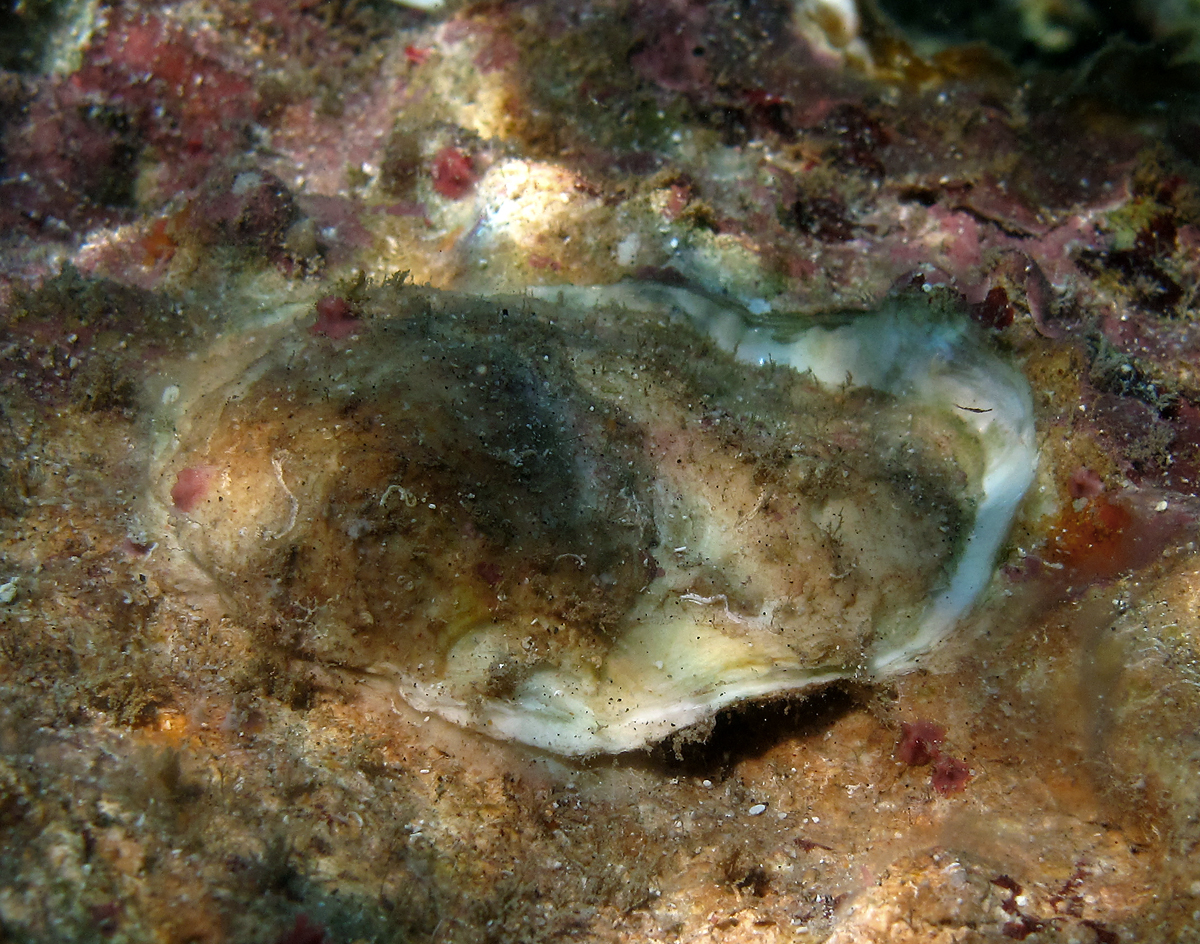
Un bivalve non identifié
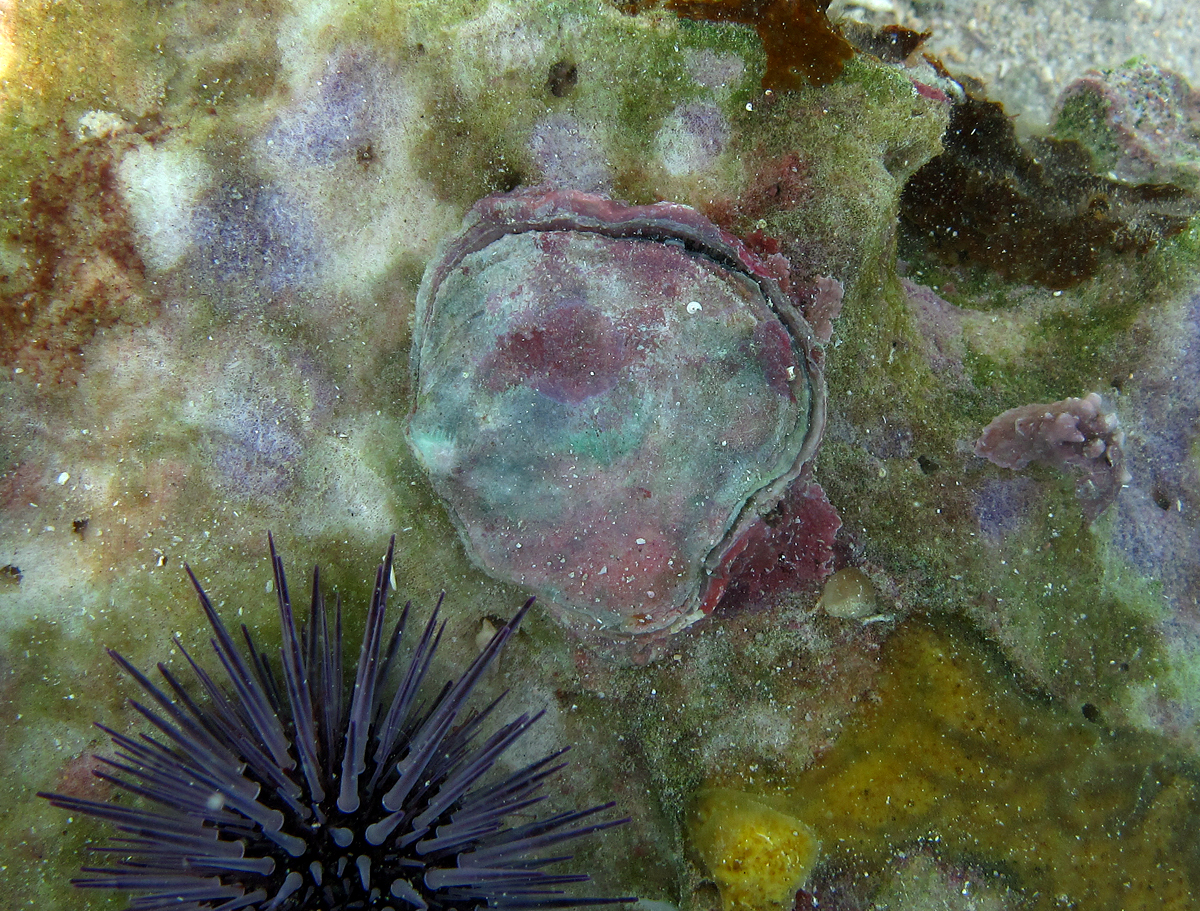
Un bivalve non identifié
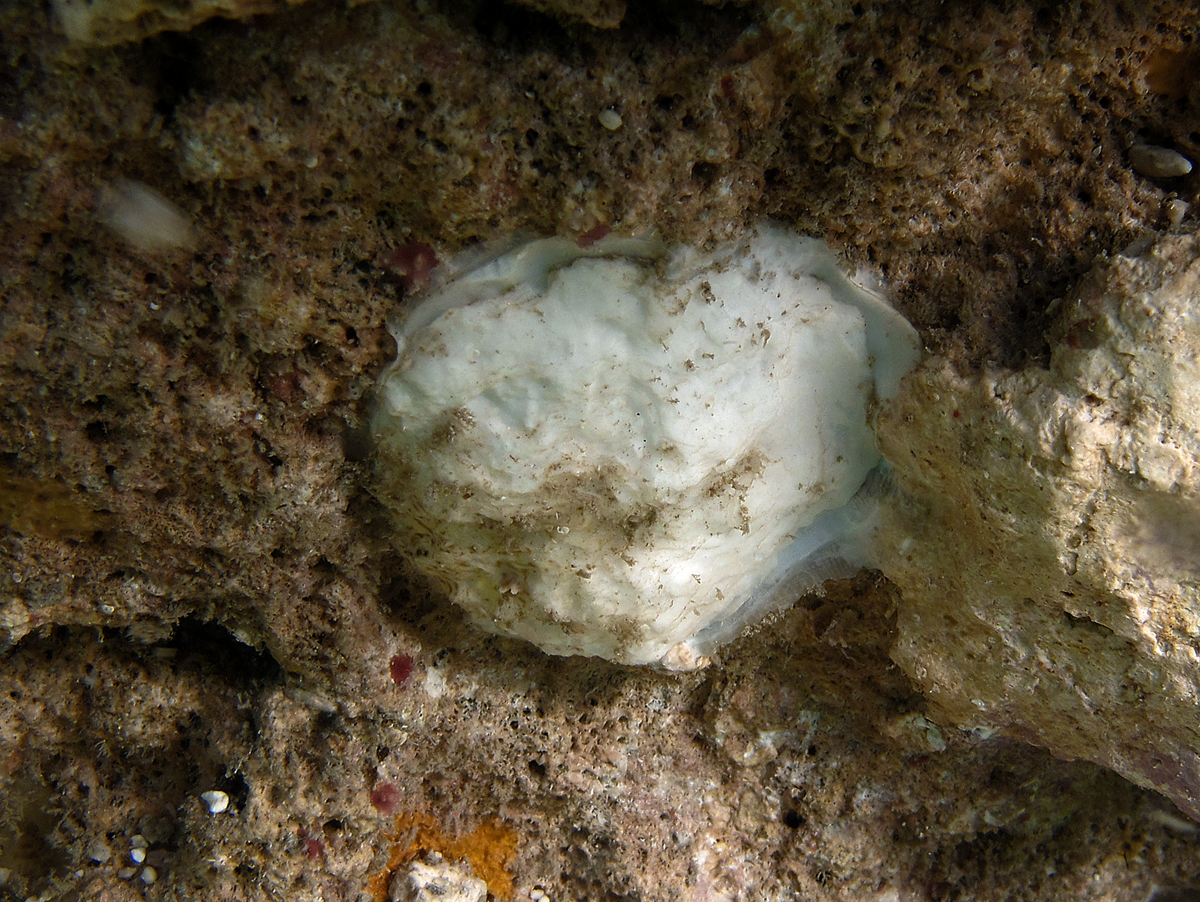
Un bivalve non identifié
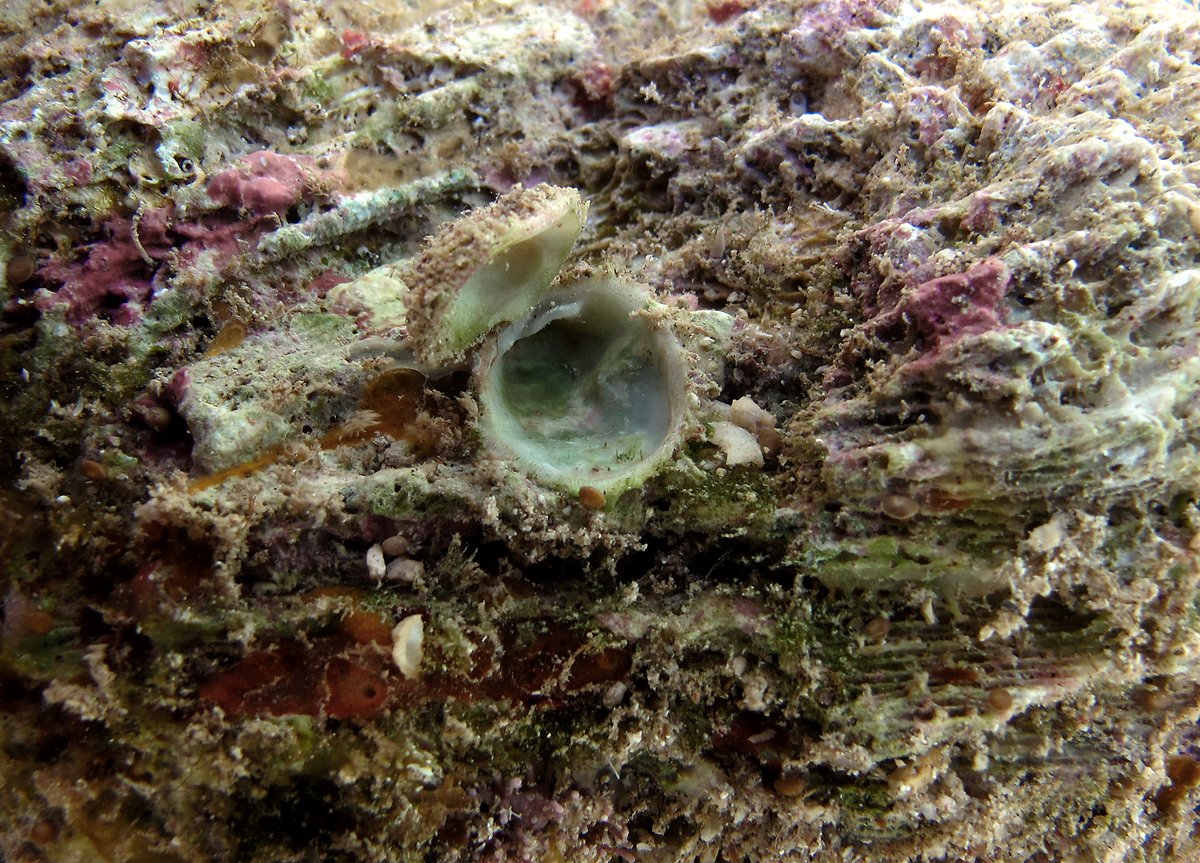
Un bivalve non identifié
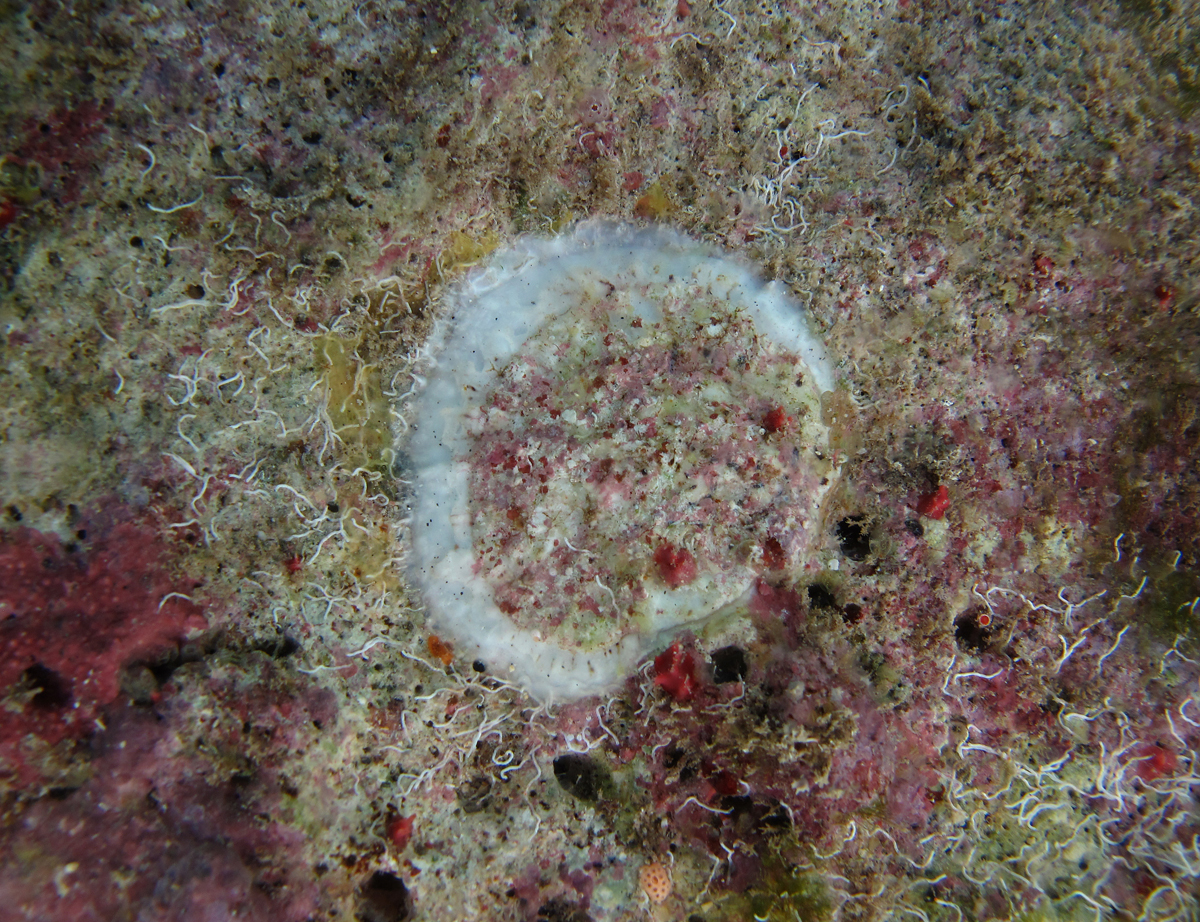
Un bivalve non identifié
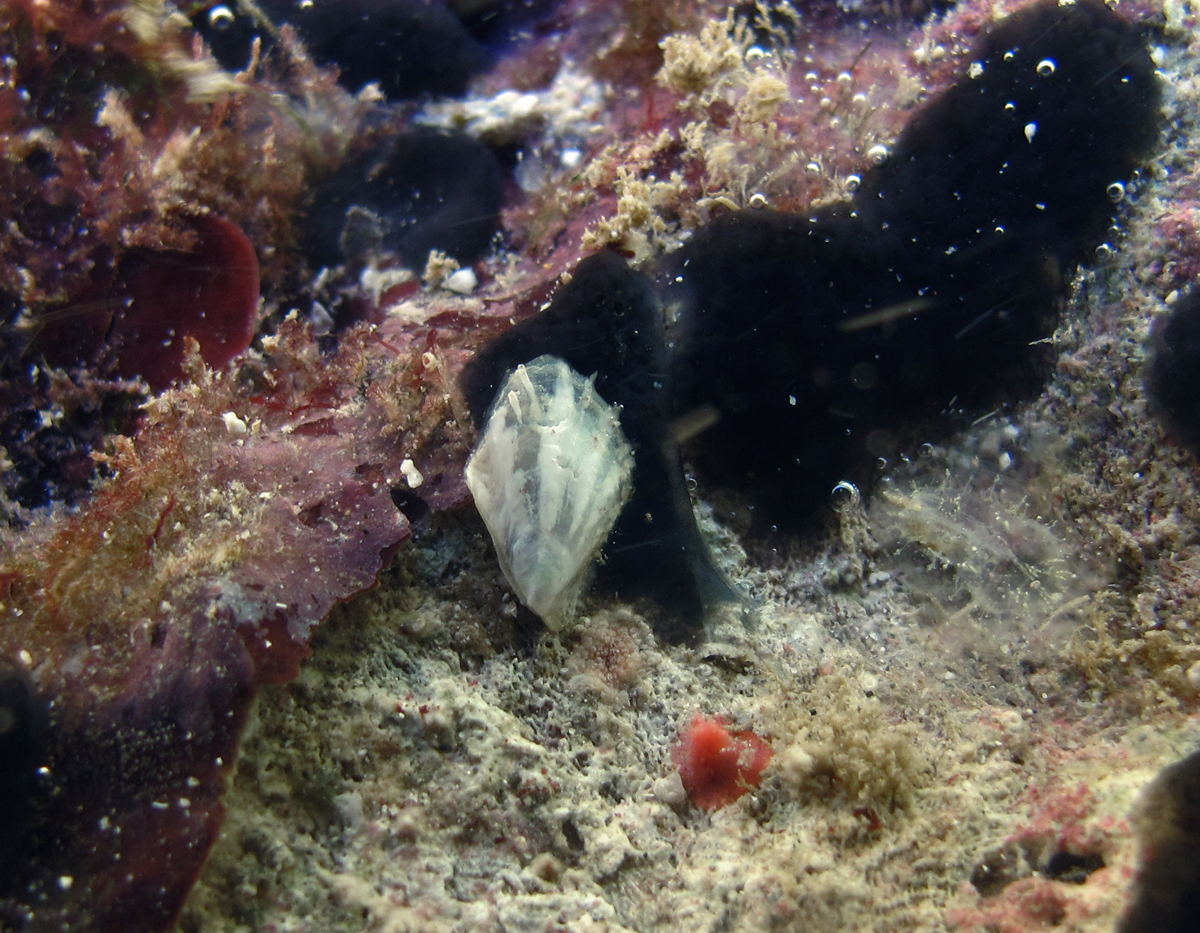
Un bivalve non identifié

## Crustacés
Les crustacés sont des arthropodes (animaux à pattes articulées) marins recouverts d’un exosquelette chitineux (la carapace, pour ce qui concerne la partie céphalo-thoracique), ce pourquoi leur croissance impose des mues. On estime leur nombre total entre 65 000 et 80 000 espèces, qui sont le plus souvent marines. Leur taille adulte peut aller de 0,2 mm pour le plus petit des copépodes planctoniques à une taille de carapace de plus de 40 cm pour le Crabe de cocotier. La majorité est carnivore et/ou nécrophage. Ils jouent un rôle important dans les écosystèmes récifaux.

### Crabes
Les « vrais crabes » sont des crustacés décapodes (à dix pattes), essentiellement représentés par l’infra-ordre des Brachyura (du grec βραχύς / brakhús, « court », et οὐρά / ourá, « queue » : leur abdomen réduit est replié sous leur carapace). Leur première paire de pattes est modifiée pour porter des pinces à fonction de préhension, de défense et de communication. Ces pinces, de taille et de morphologie très variable, peuvent être dissymétriques. Certains sont capables de nager grâce à une dernière paire de pattes adaptée. Un certain nombre d’espèces vit en association avec d’autres organismes, soit pour se camoufler (éponges, algues, gorgones, etc.) ou se défendre (anémones), soit dans le cadre d’une relation symbiotique, comme les Trapeziidae avec les coraux Pocillopora, soit en parasite, comme  le crabe Hapalocarcinus marsupialis (famille des Cryptochiridae), dont la femelle forme des galles dans les mêmes coraux, et trouve protection dans cette prison à vie. 214 espèces de « vrais crabes » ont été recensées à La Réunion en 2008, mais cet inventaire reste provisoire.

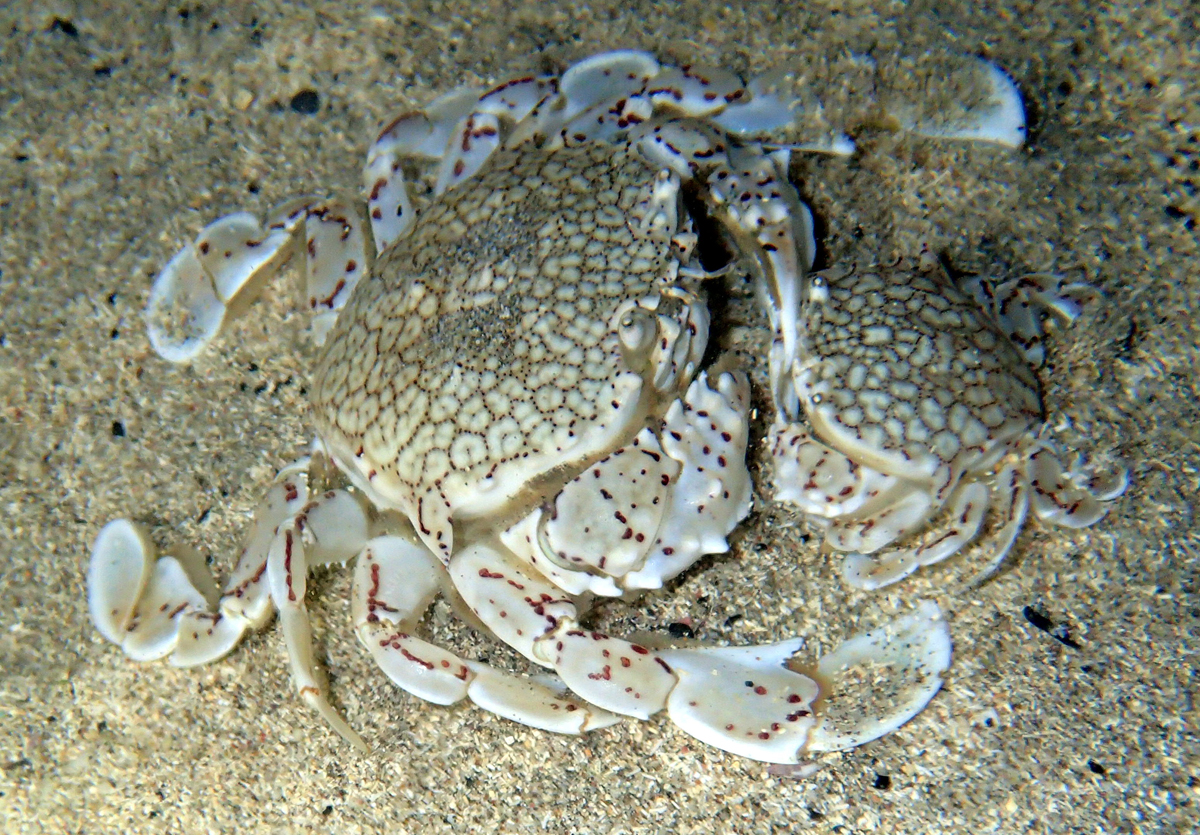
Ashtoret picta
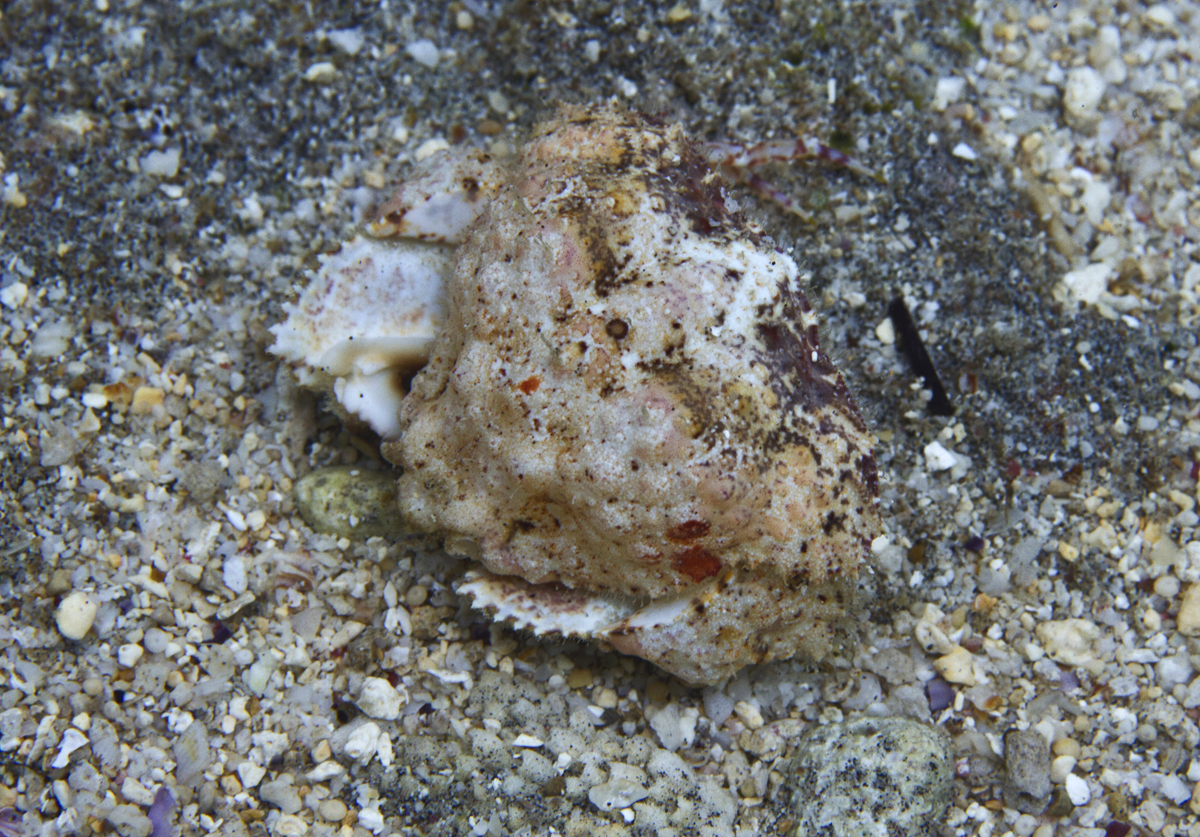
Exuvie de Calappa gallus
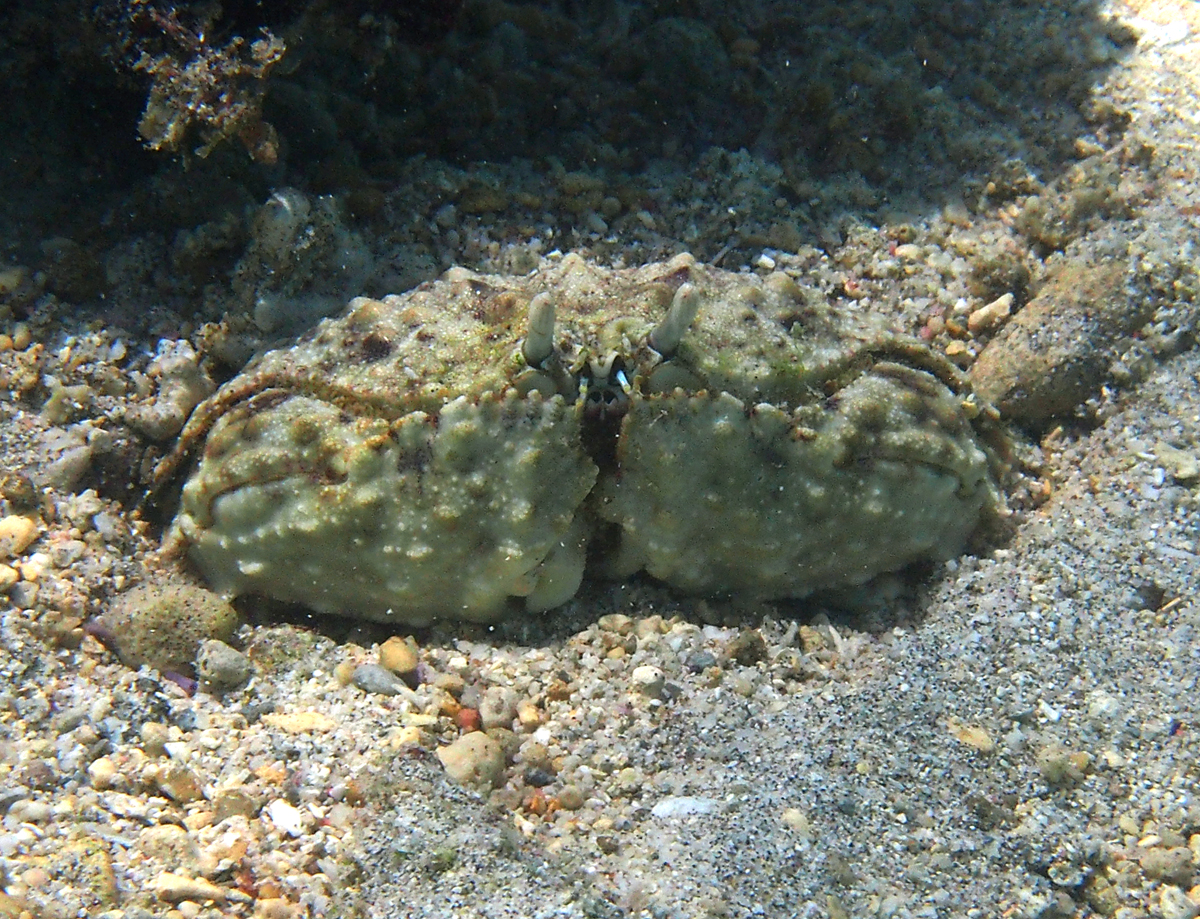
Crabe honteux (Calappa hepatica)
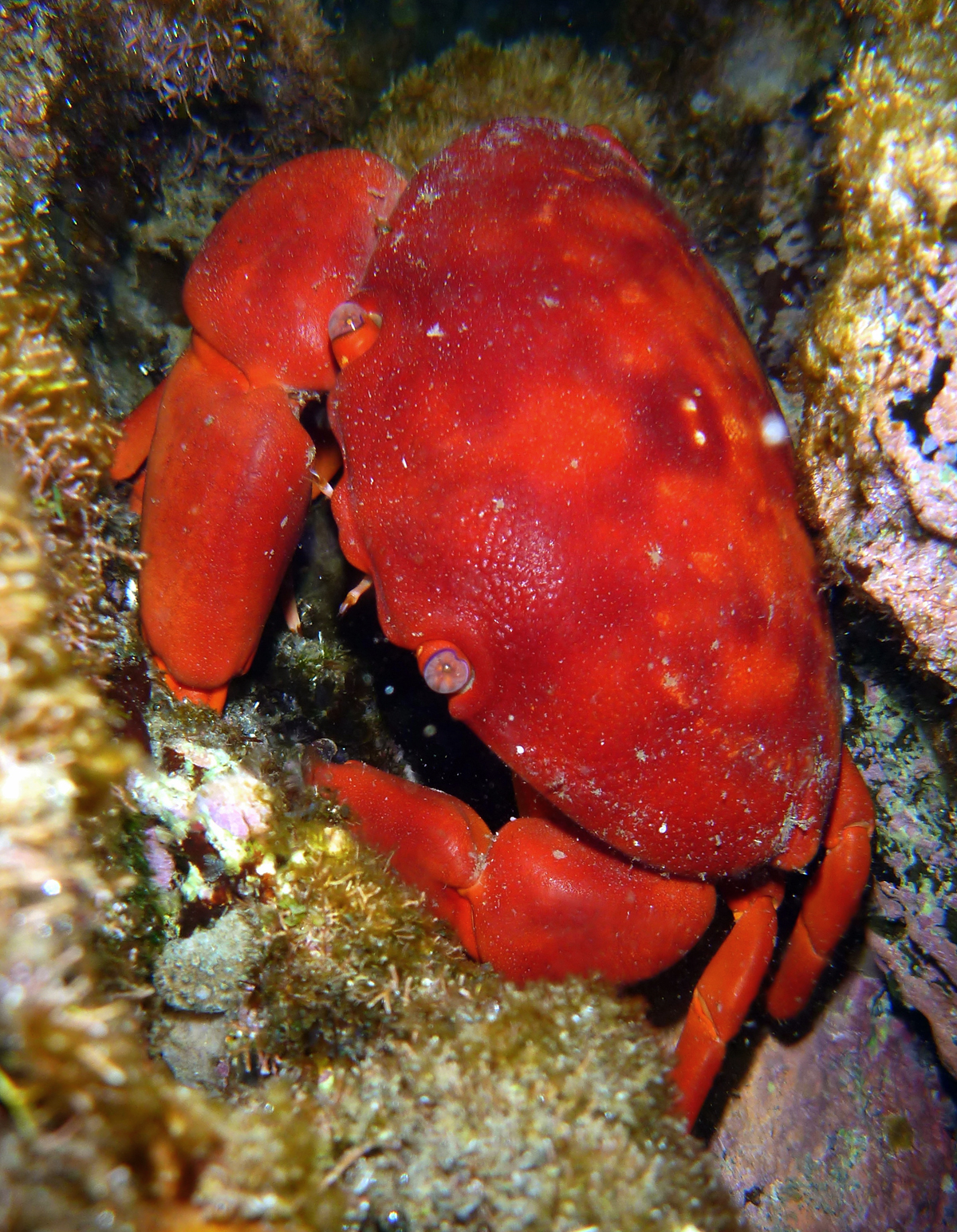
Crabe rouge des coraux (Carpilius convexus)
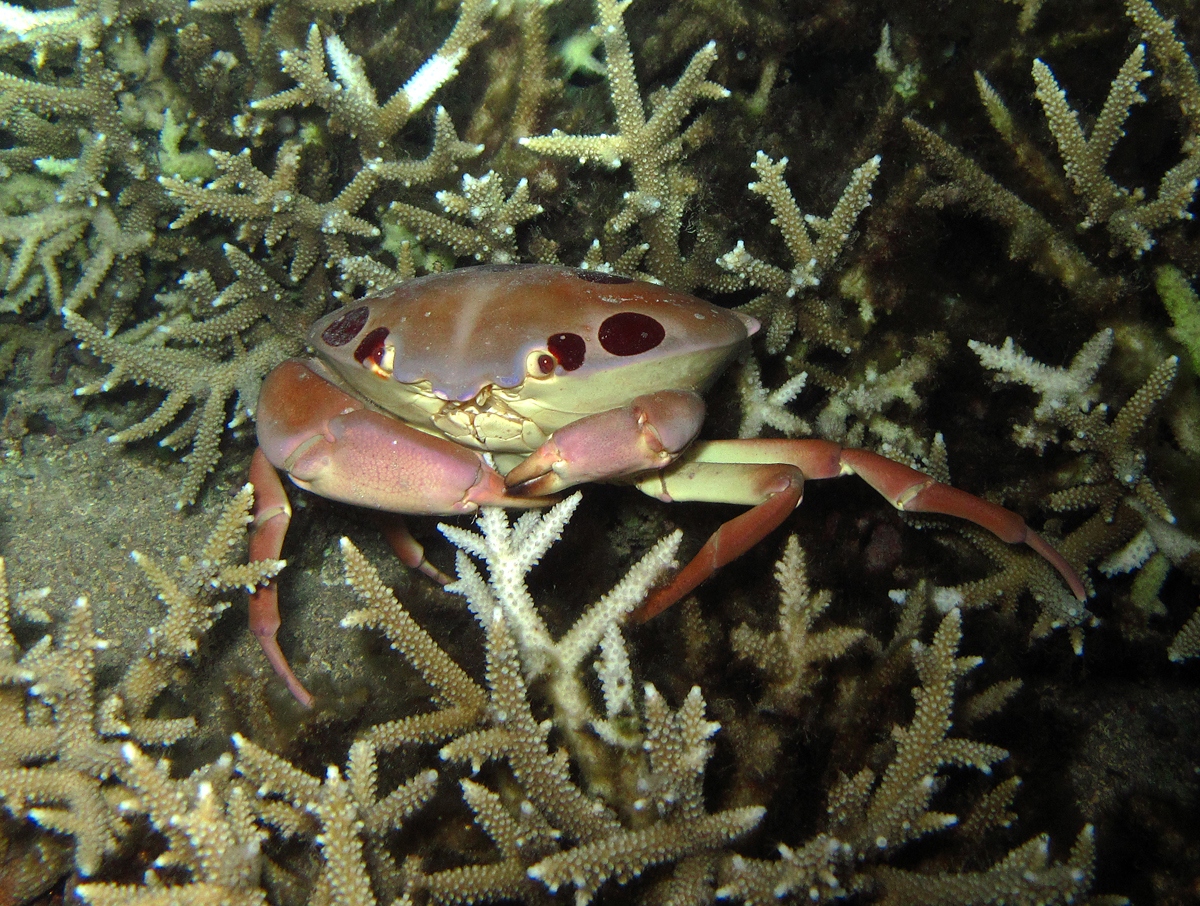
Crabe à taches rouges (Carpilius maculatus), de nuit.
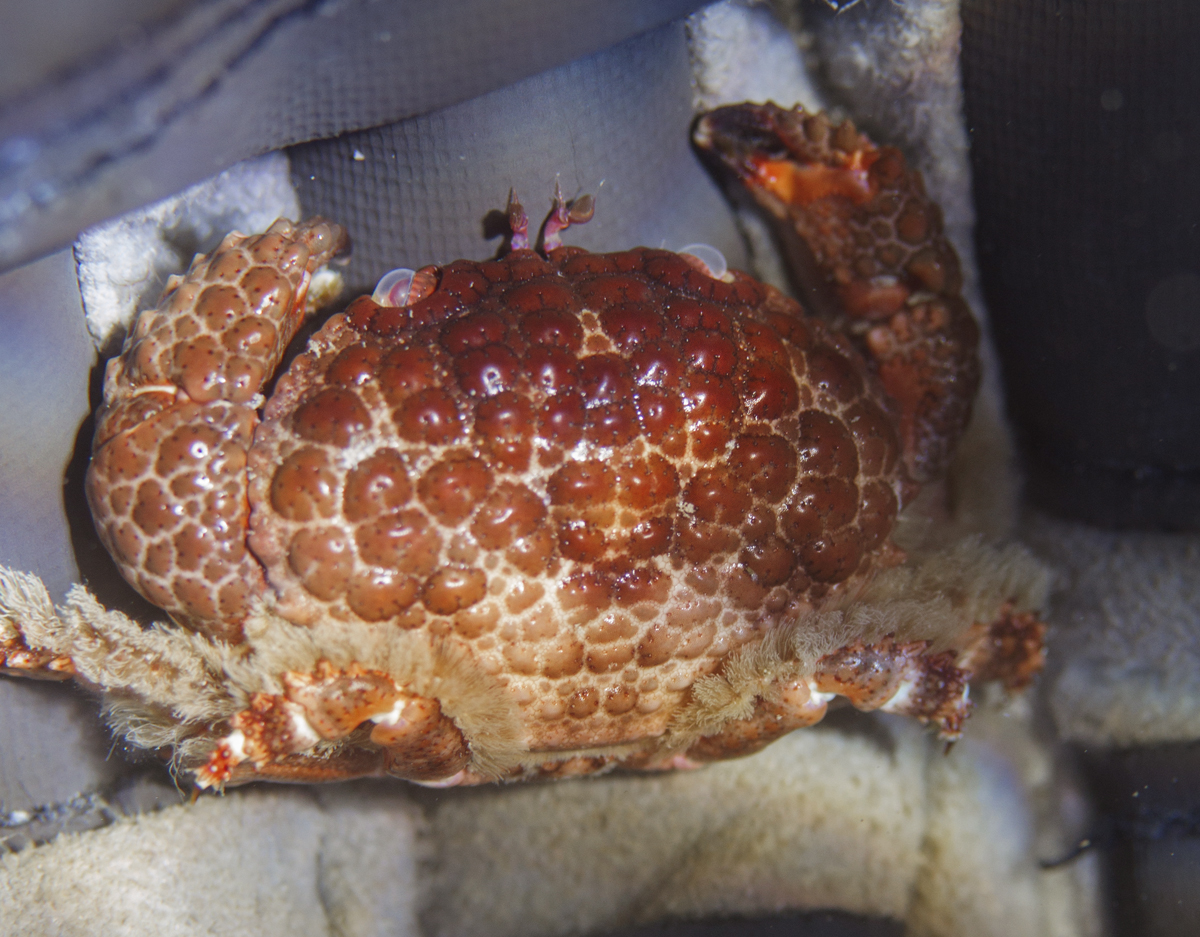
Daira perlata (exuvie)
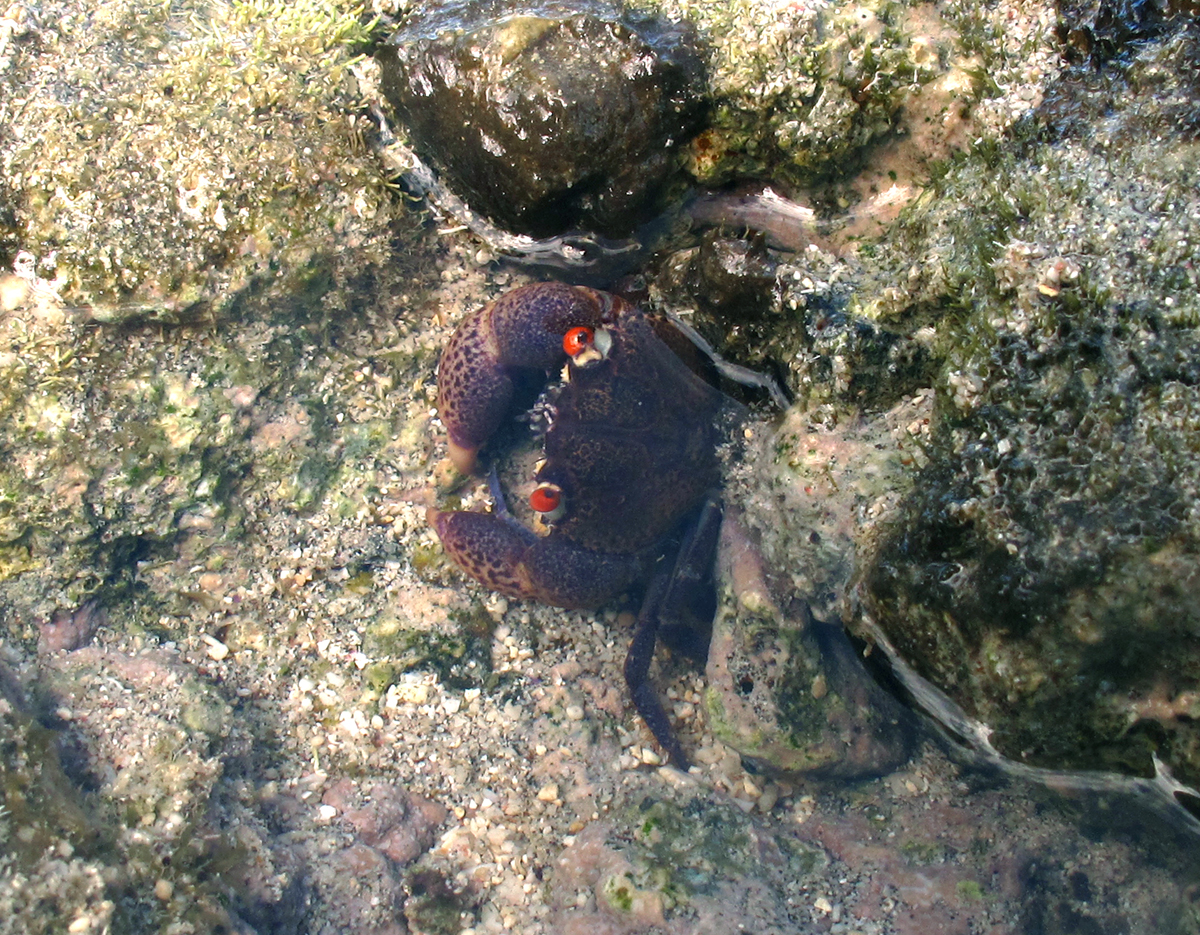
Eriphia sebana
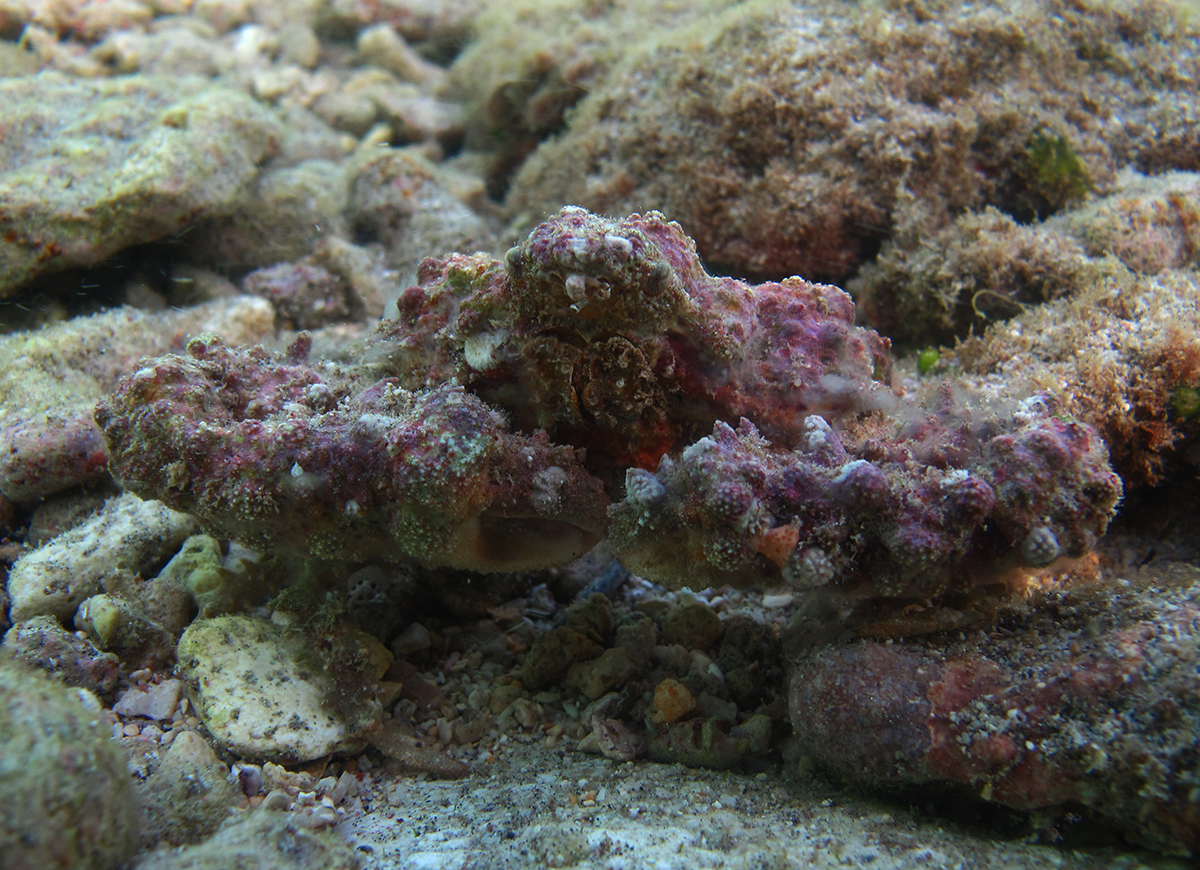
Daldorfia horrida
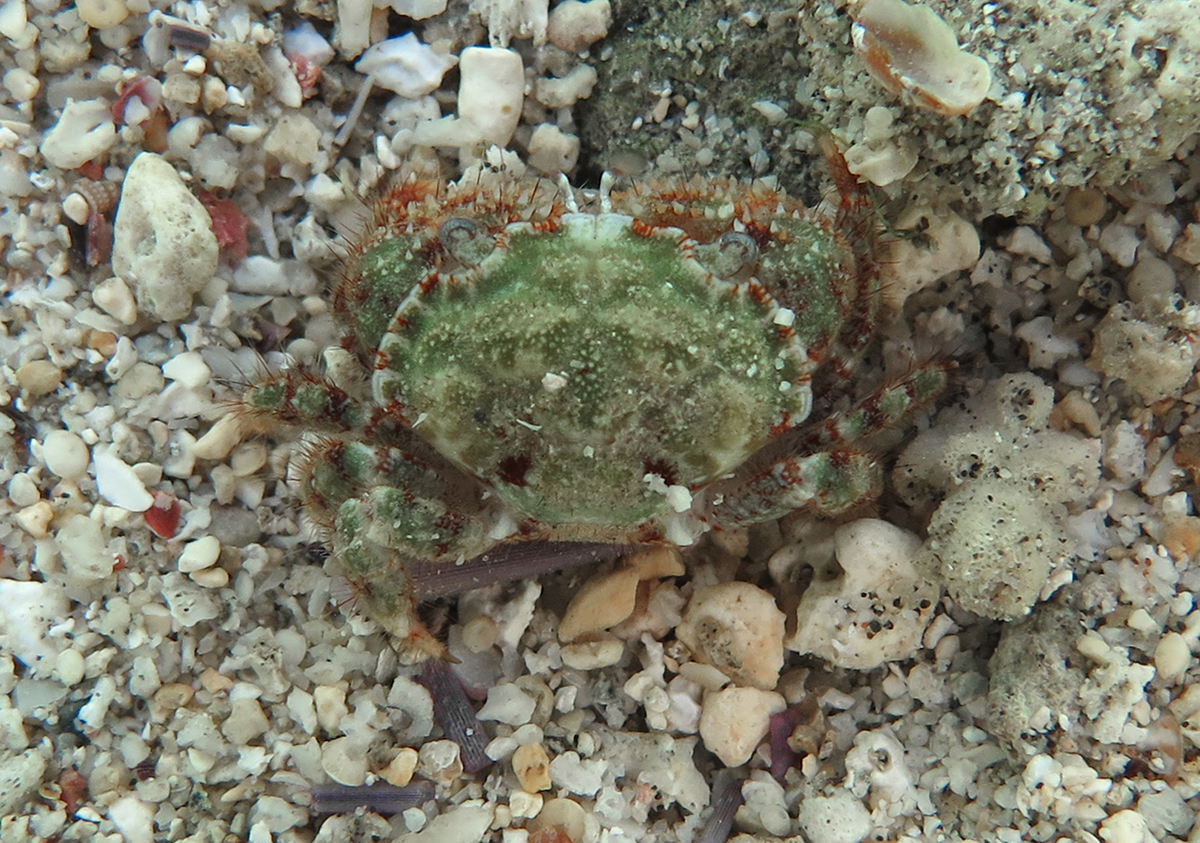
Actumnus digitalis
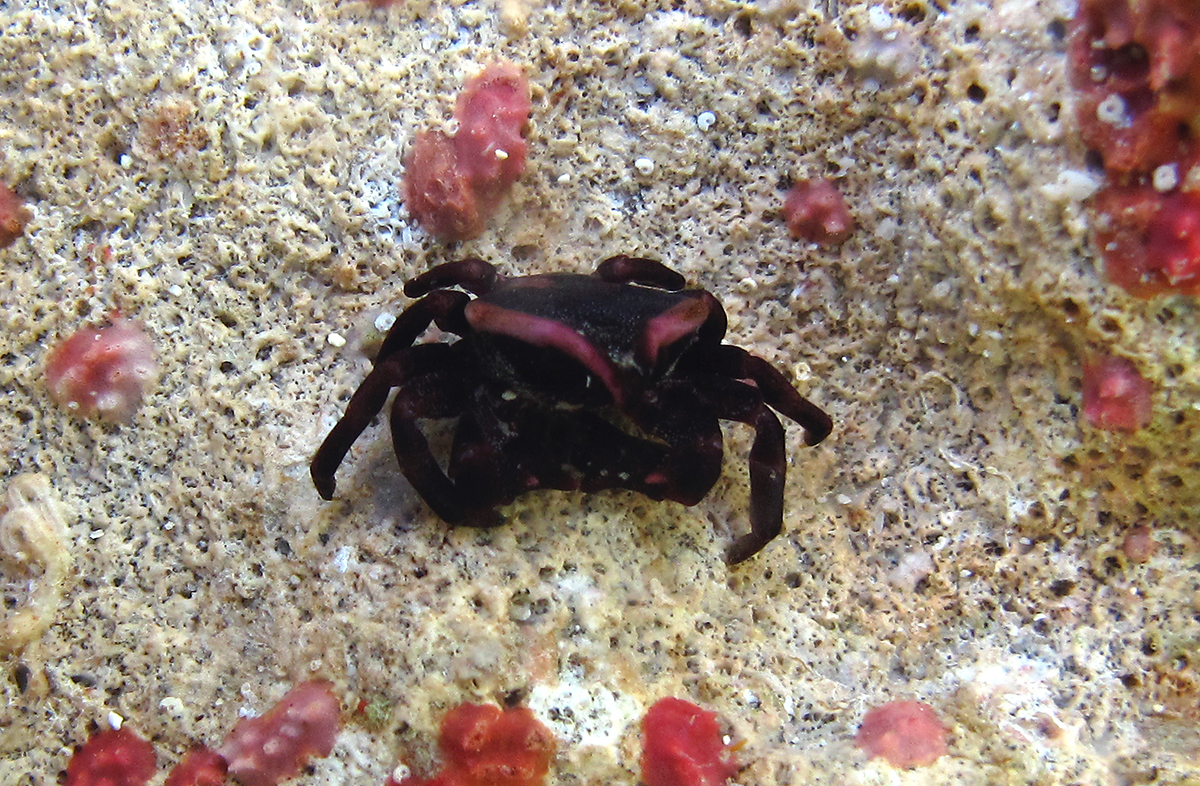
Echinoecus pentagonus
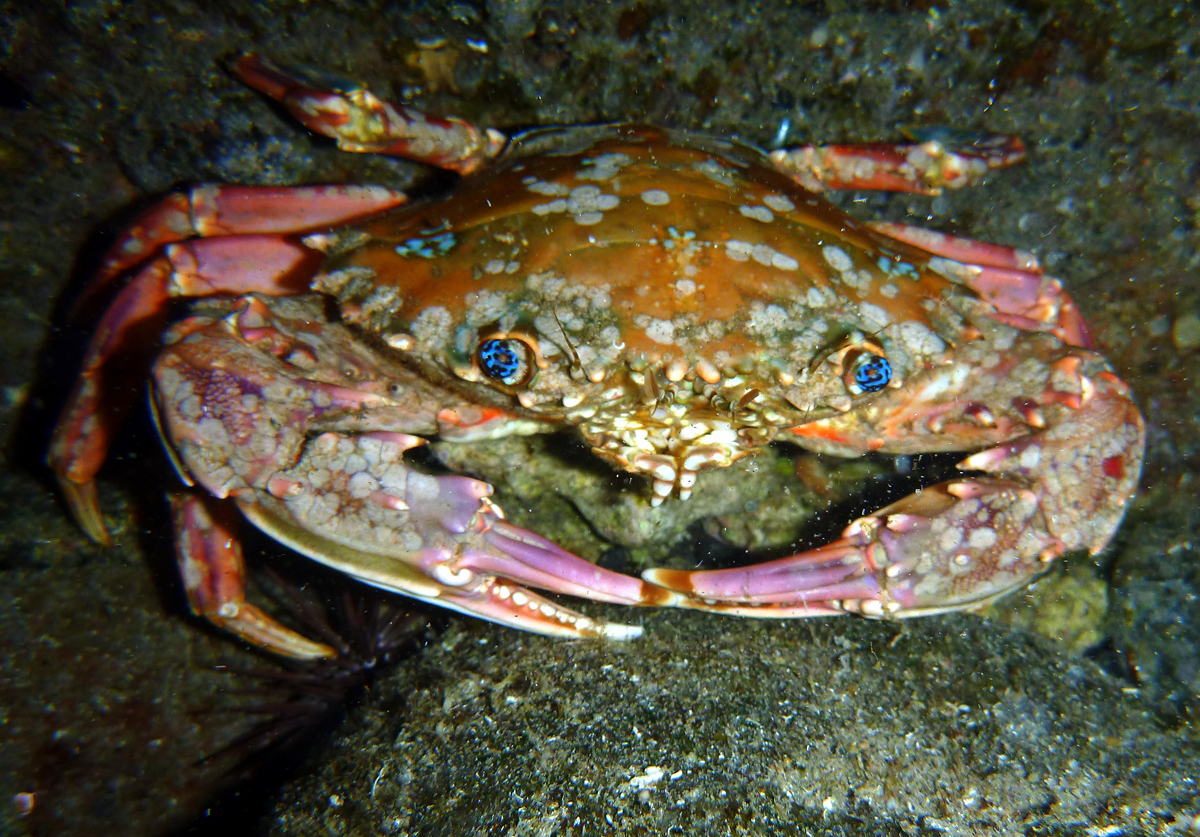
Charybdis erythrodactyla
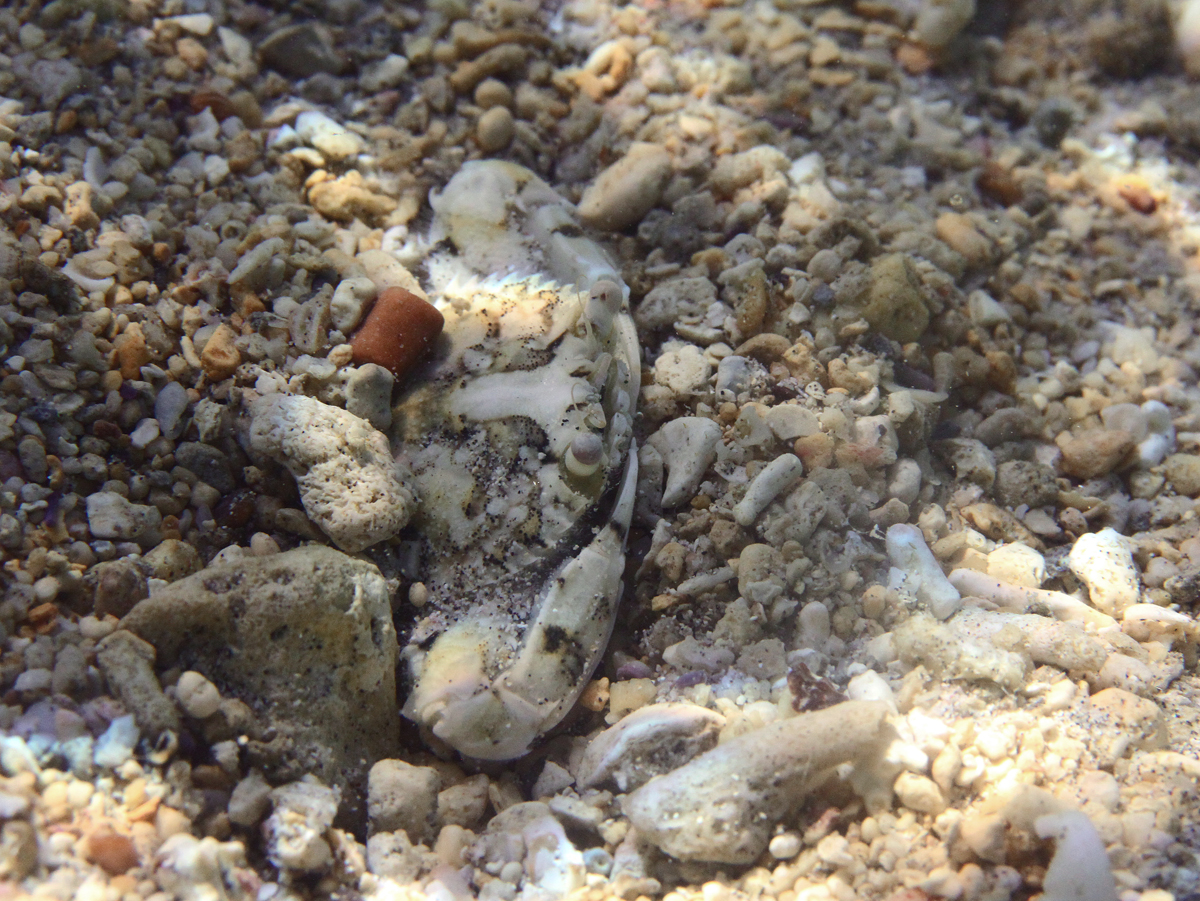
Cycloachelous granulatus
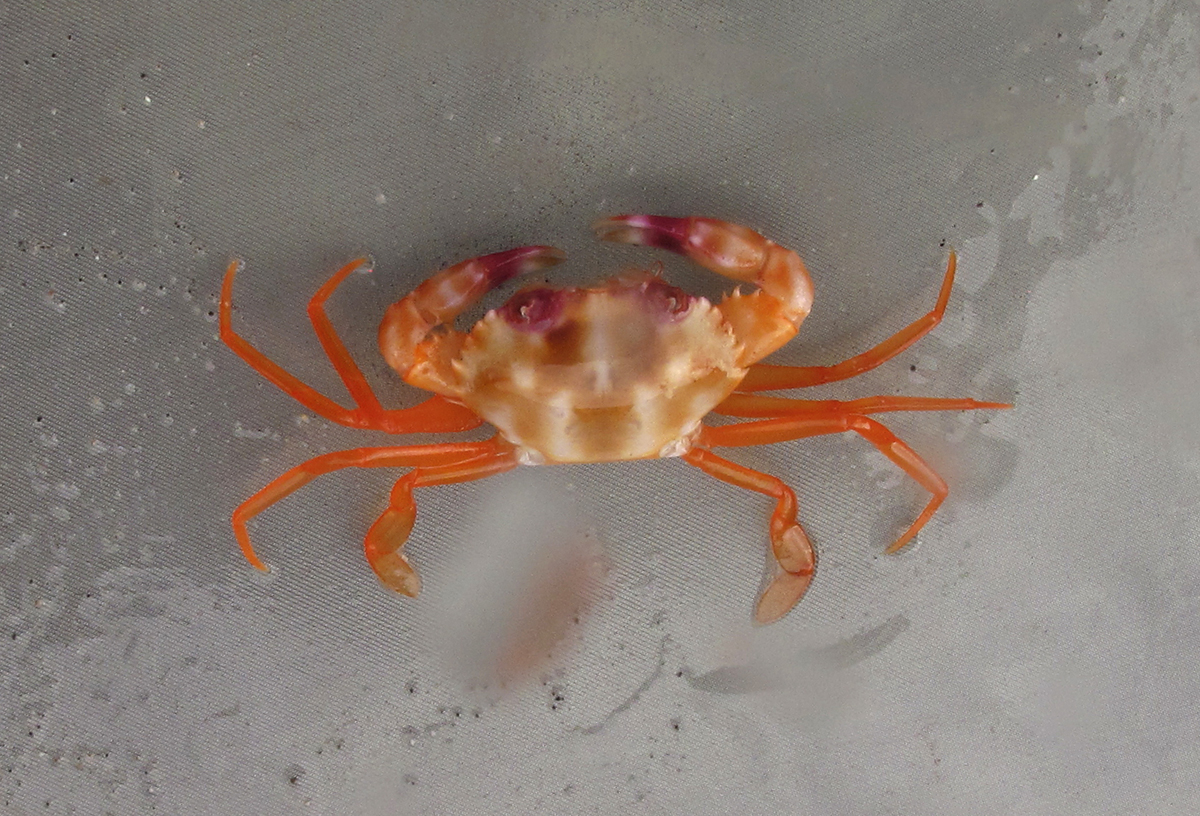
Carupa tenuipes
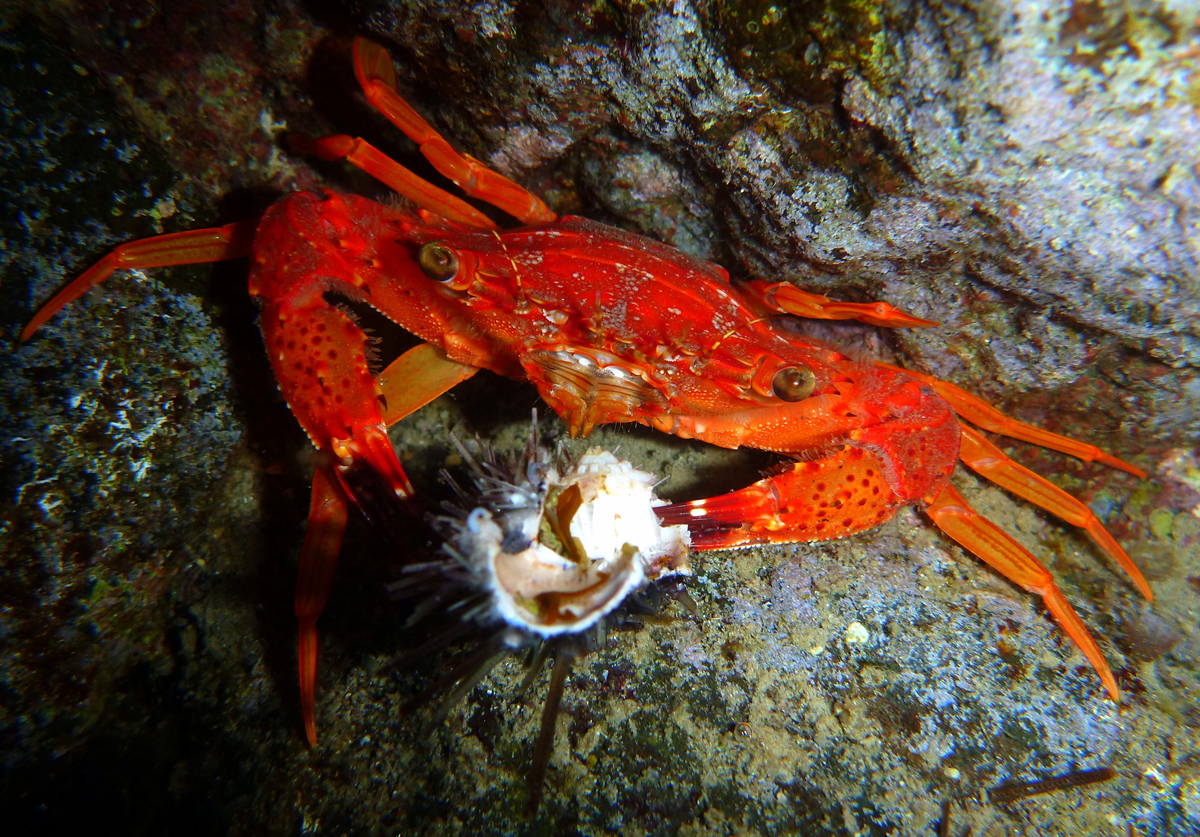
Gonioinfradens paucidentatus dégustant un oursin
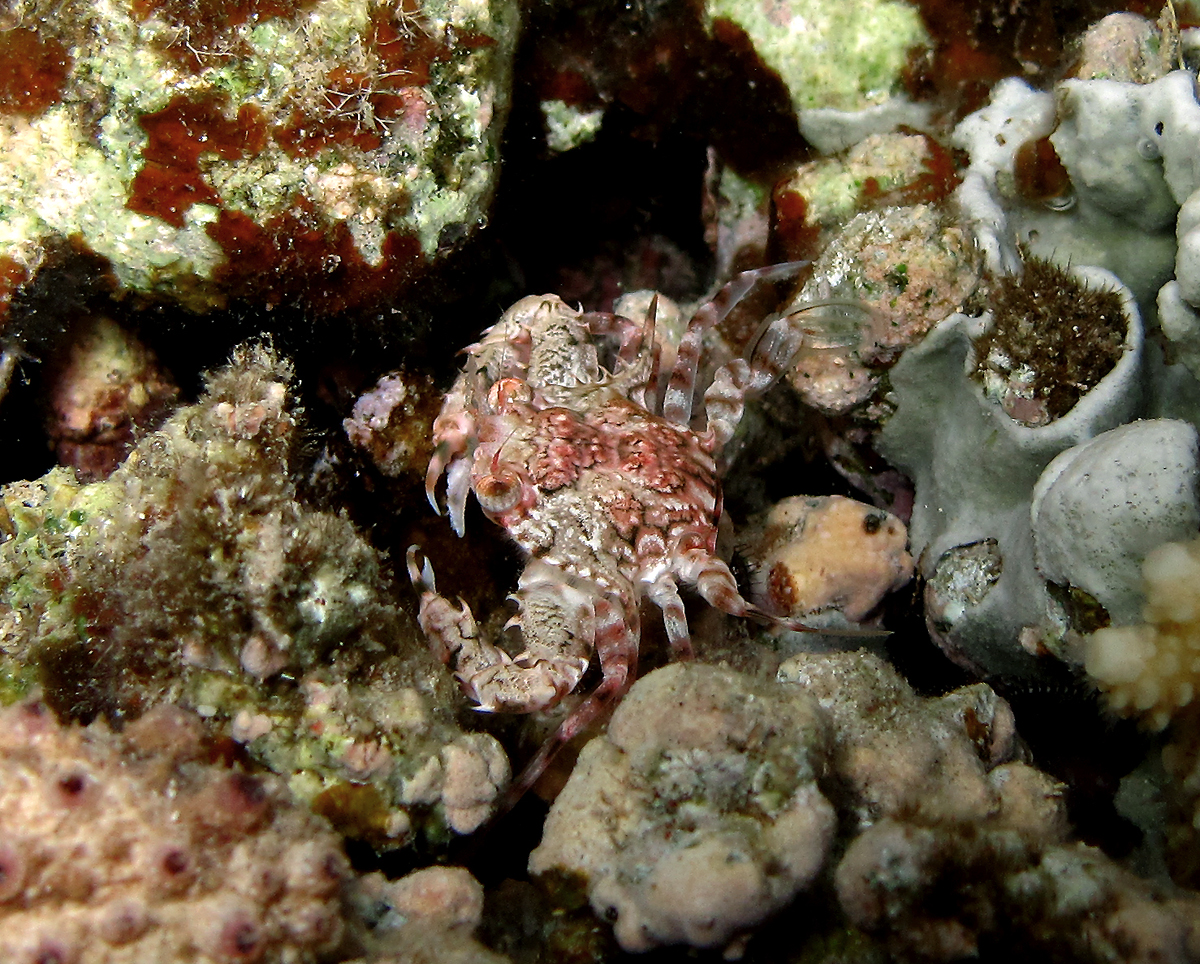
Xiphonectes longispinosus
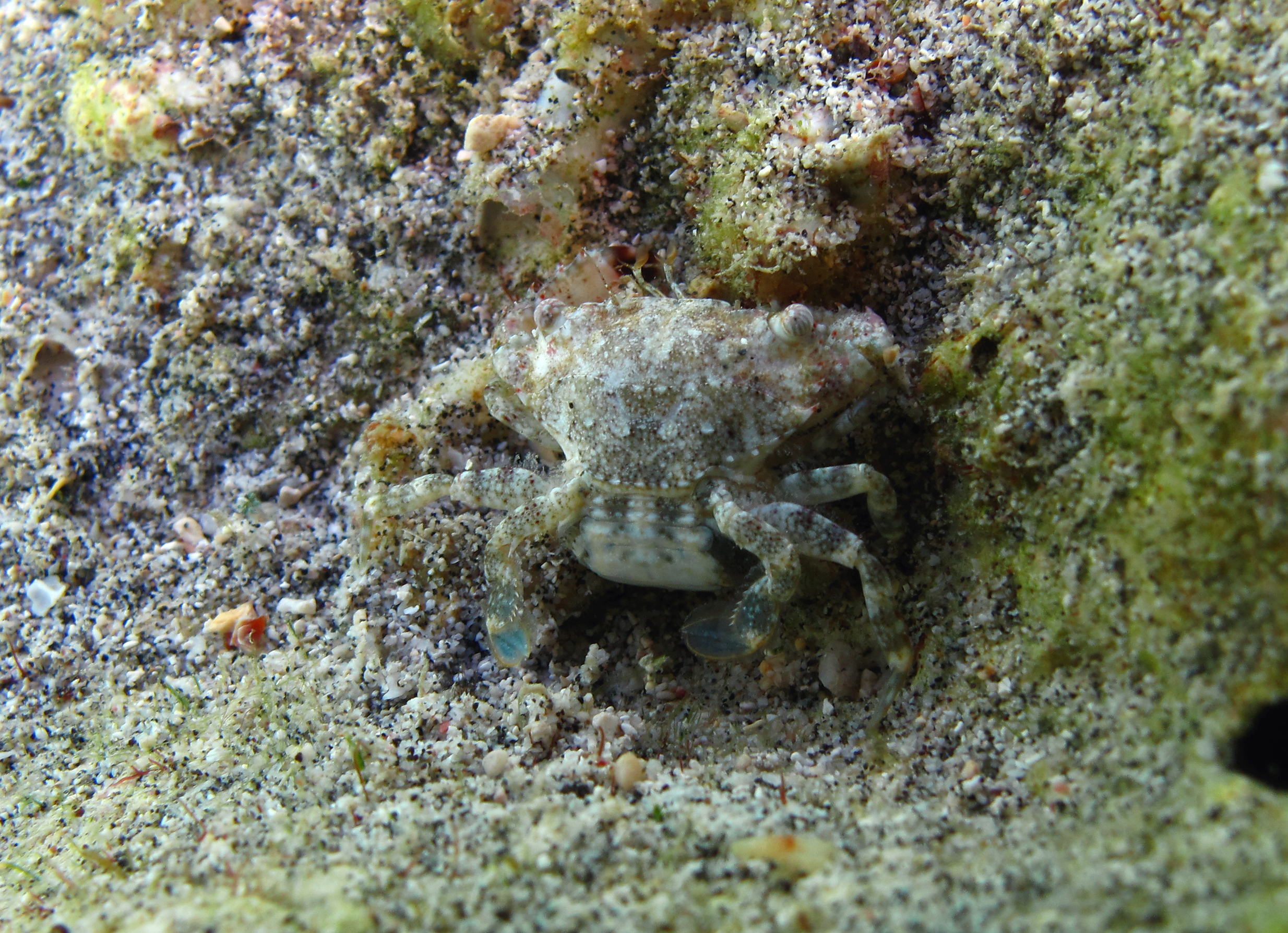
Thalamita admete
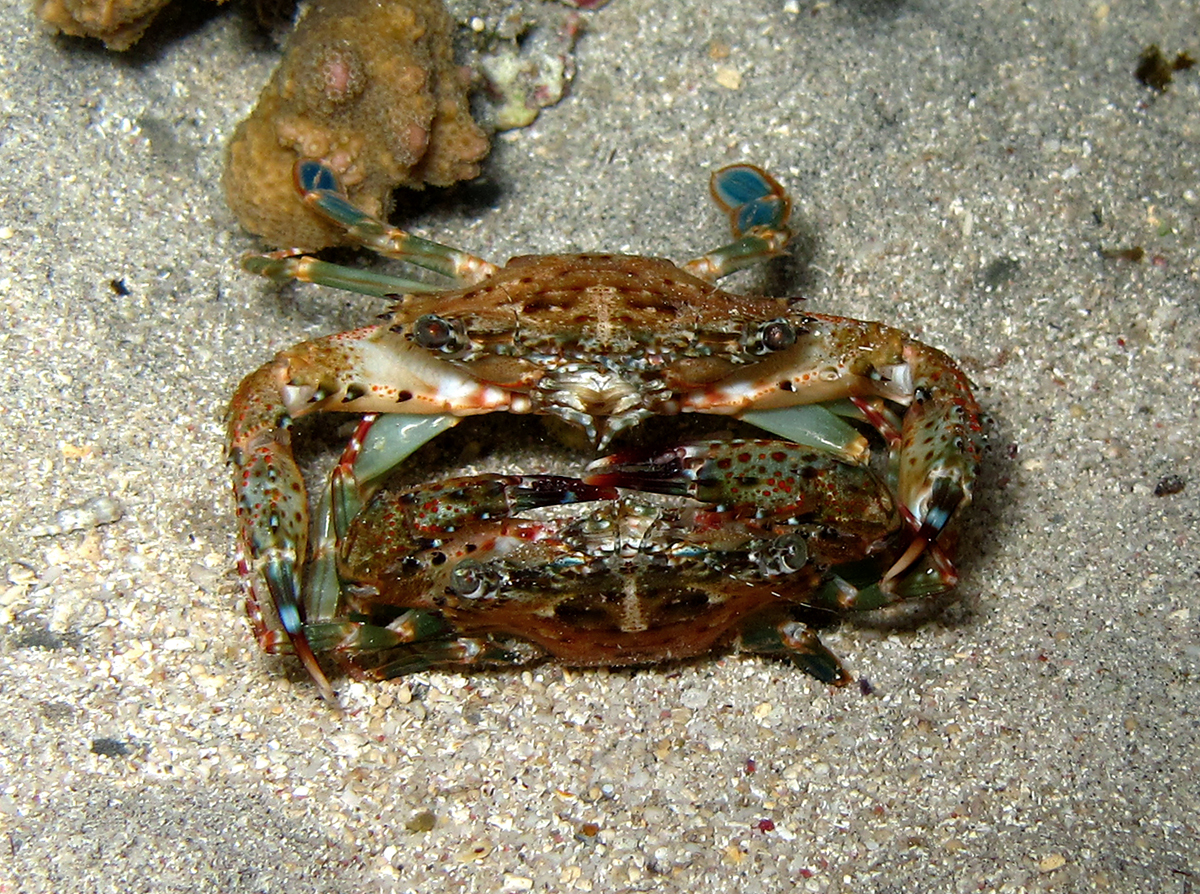
Thalamita coeruleipes, accouplement de nuit
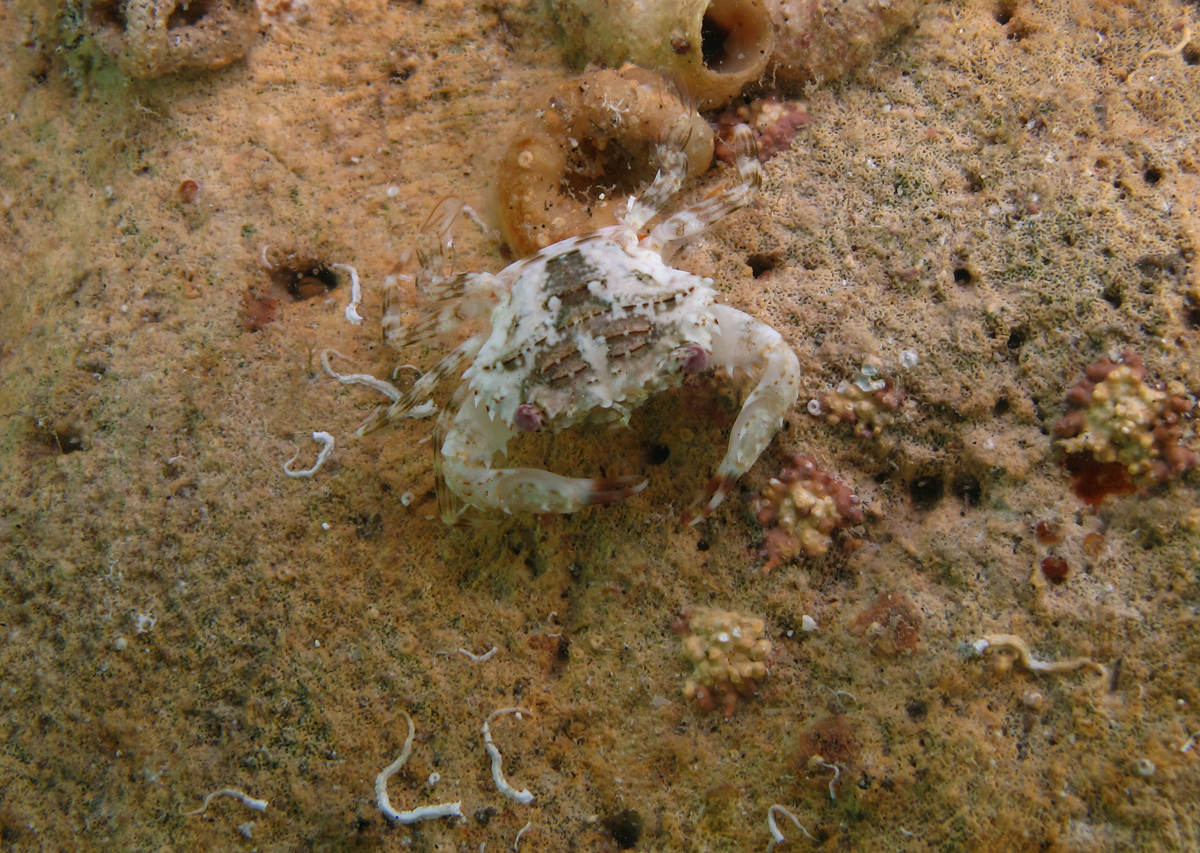
Thalamita aff. picta
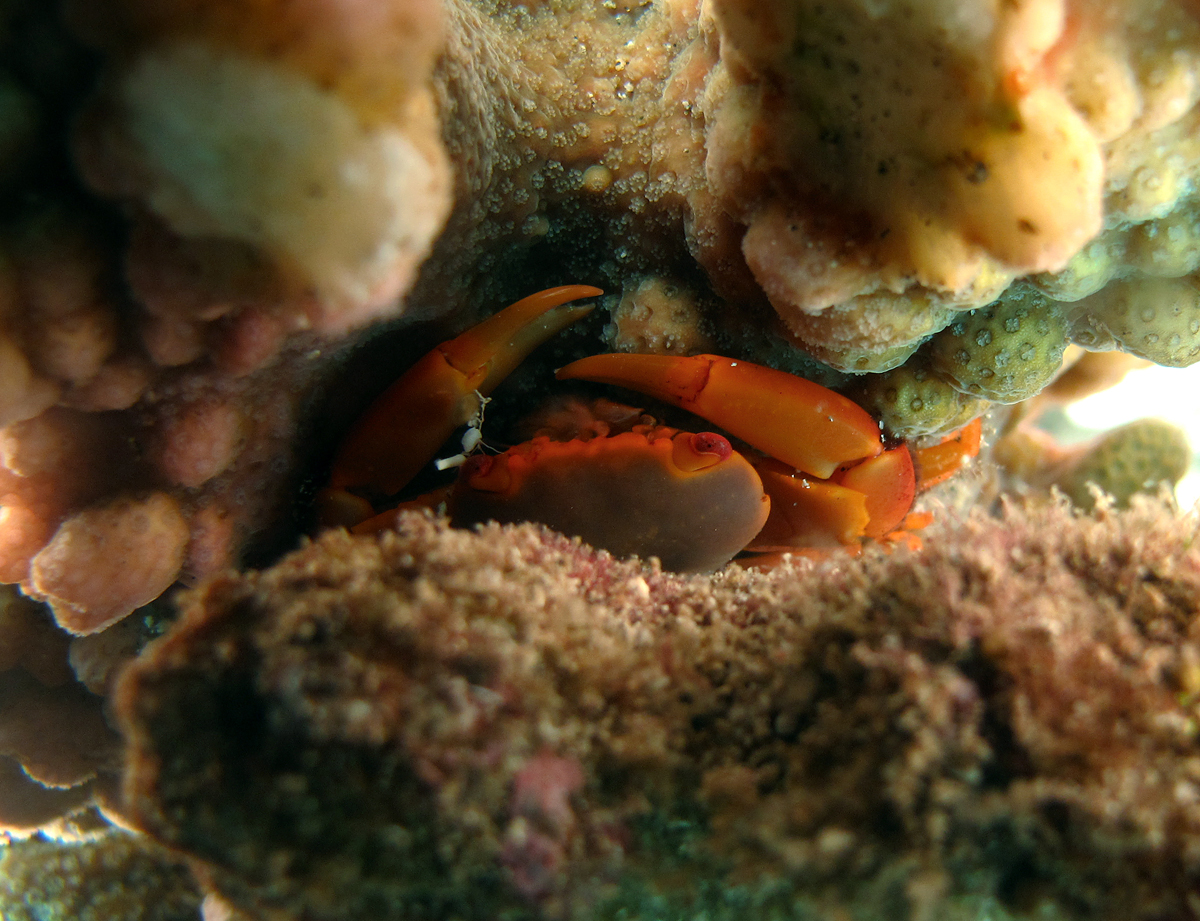
Un crabe trapèze Trapezia bidentatum
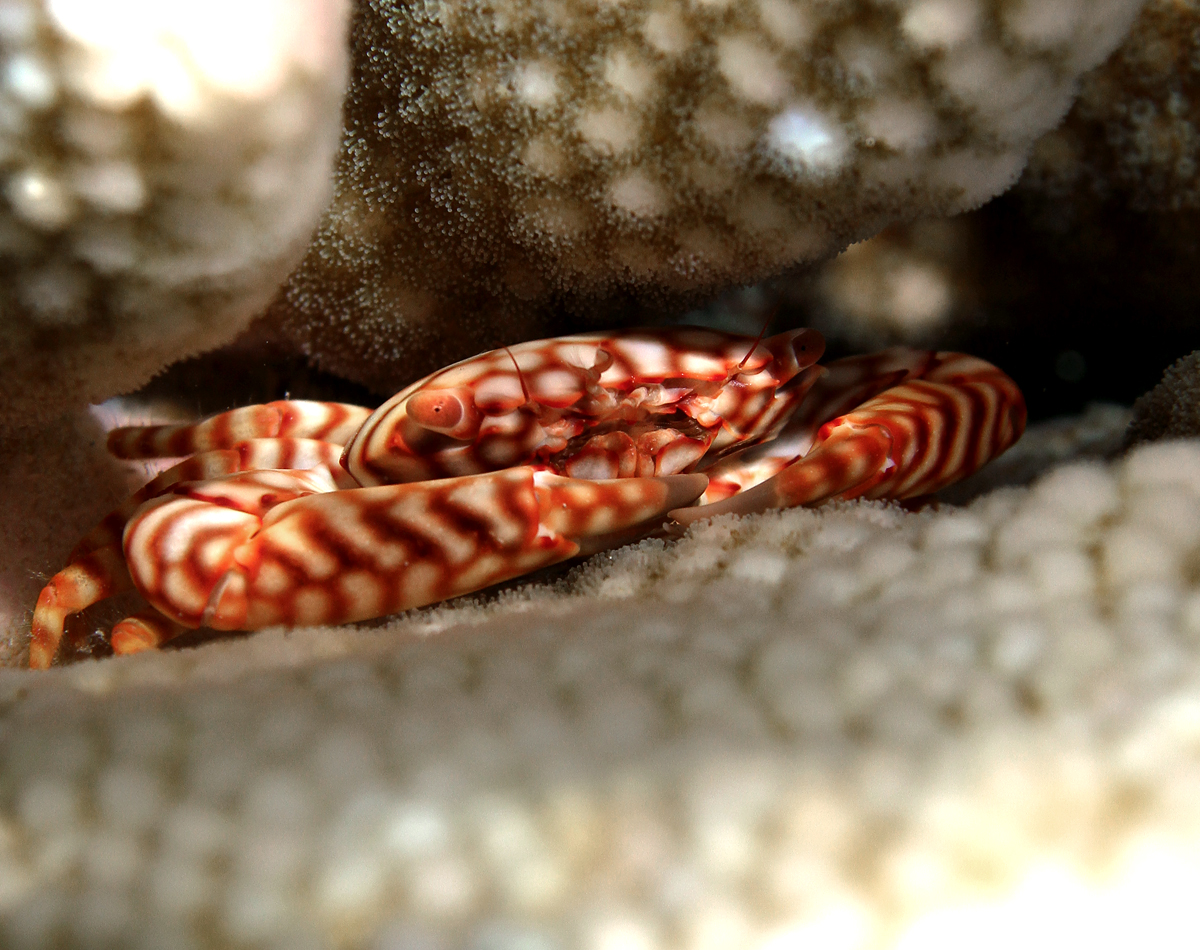
Trapézie à tache jaunes (Trapezia flavopunctata) dans un P. eydouxi
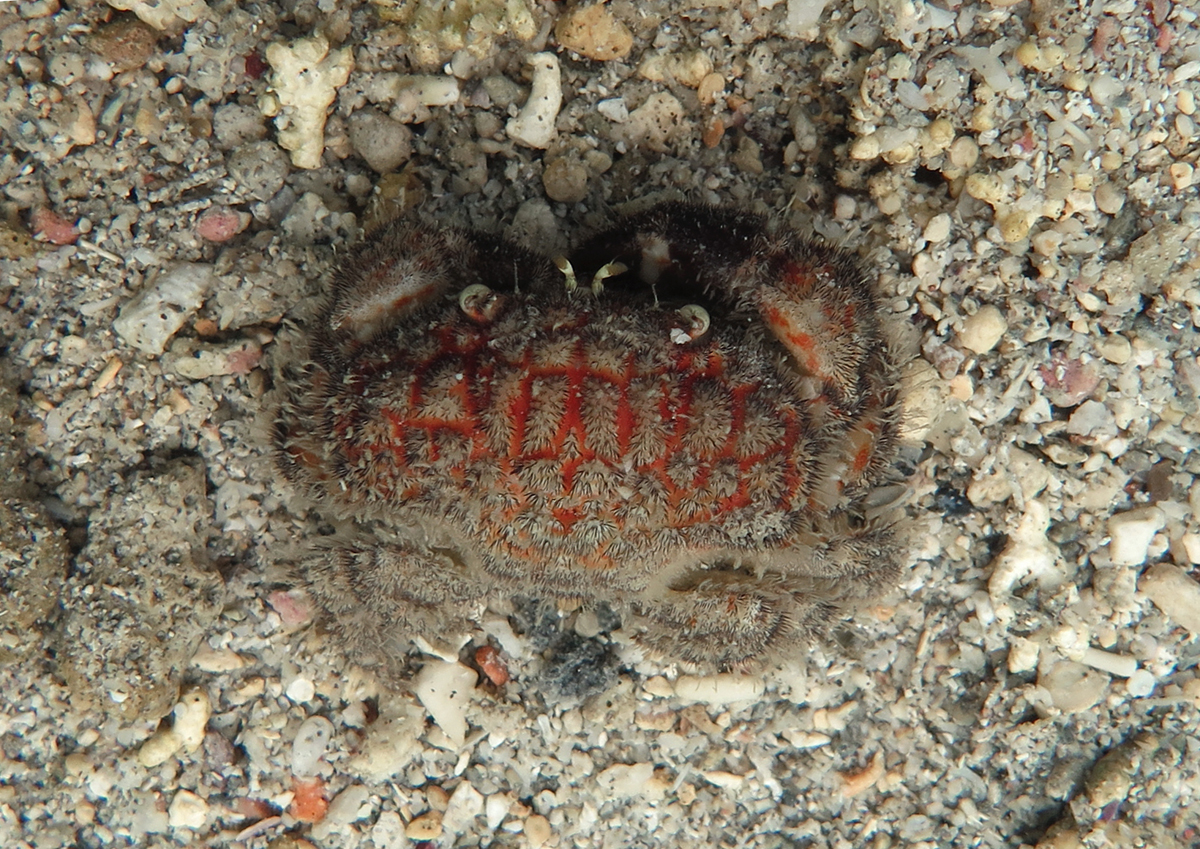
Actaeodes hirsutissimus
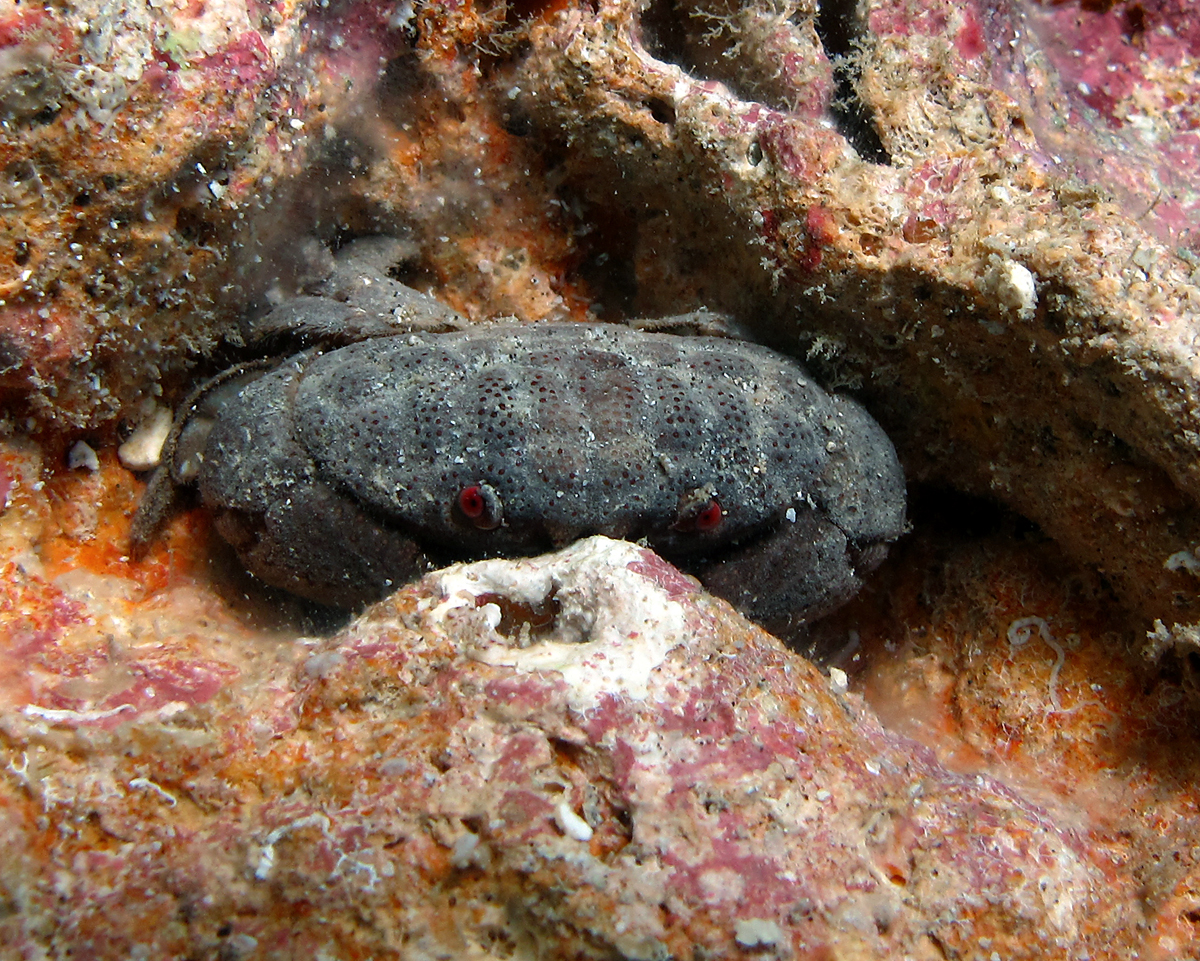
Actaeodes tomentosus
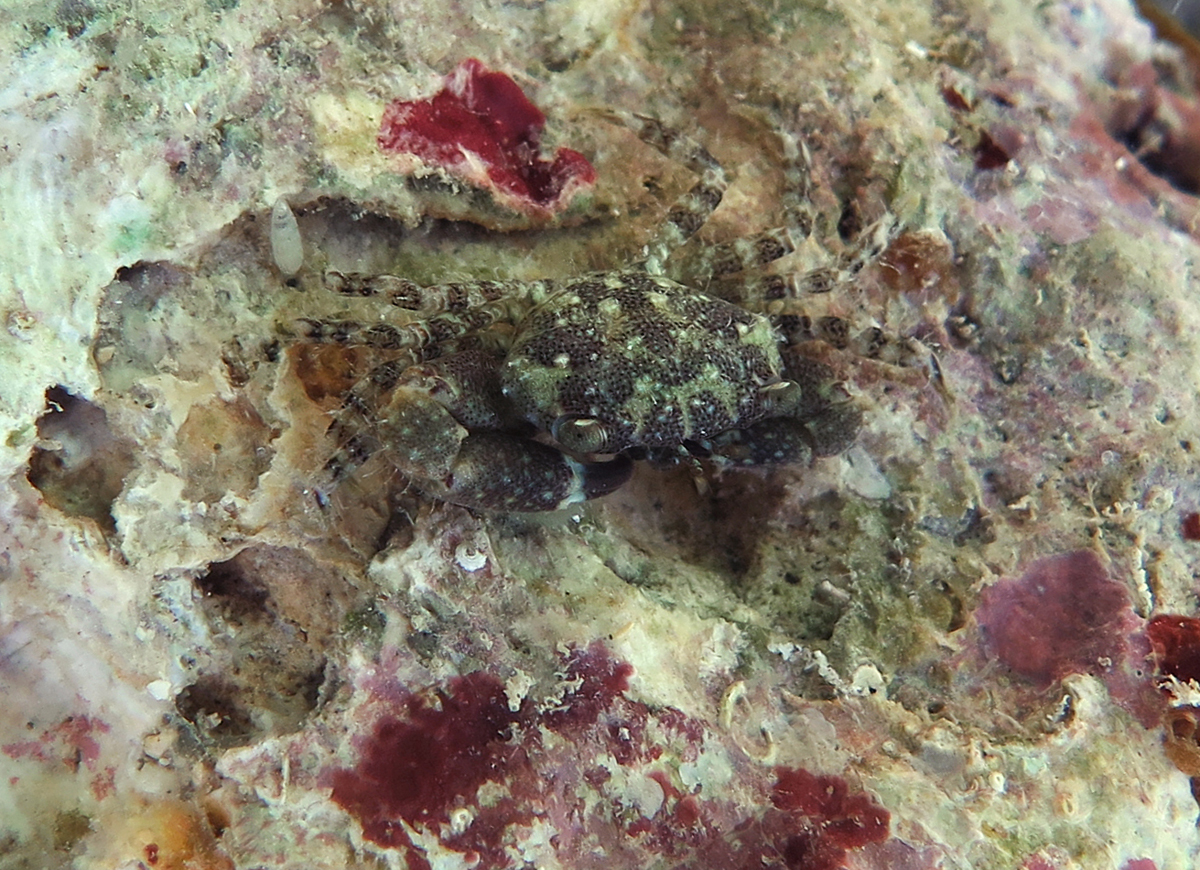
Chlorodiella barbata
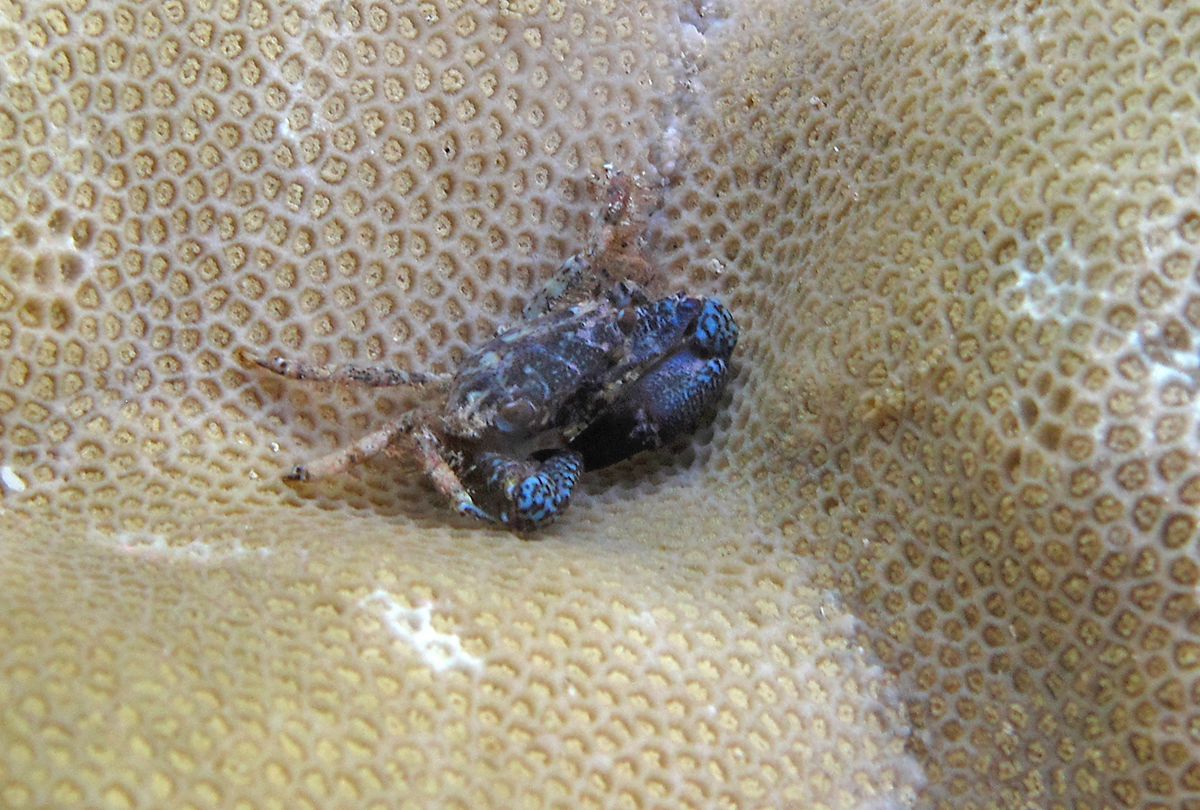
Chlorodiella cytherea
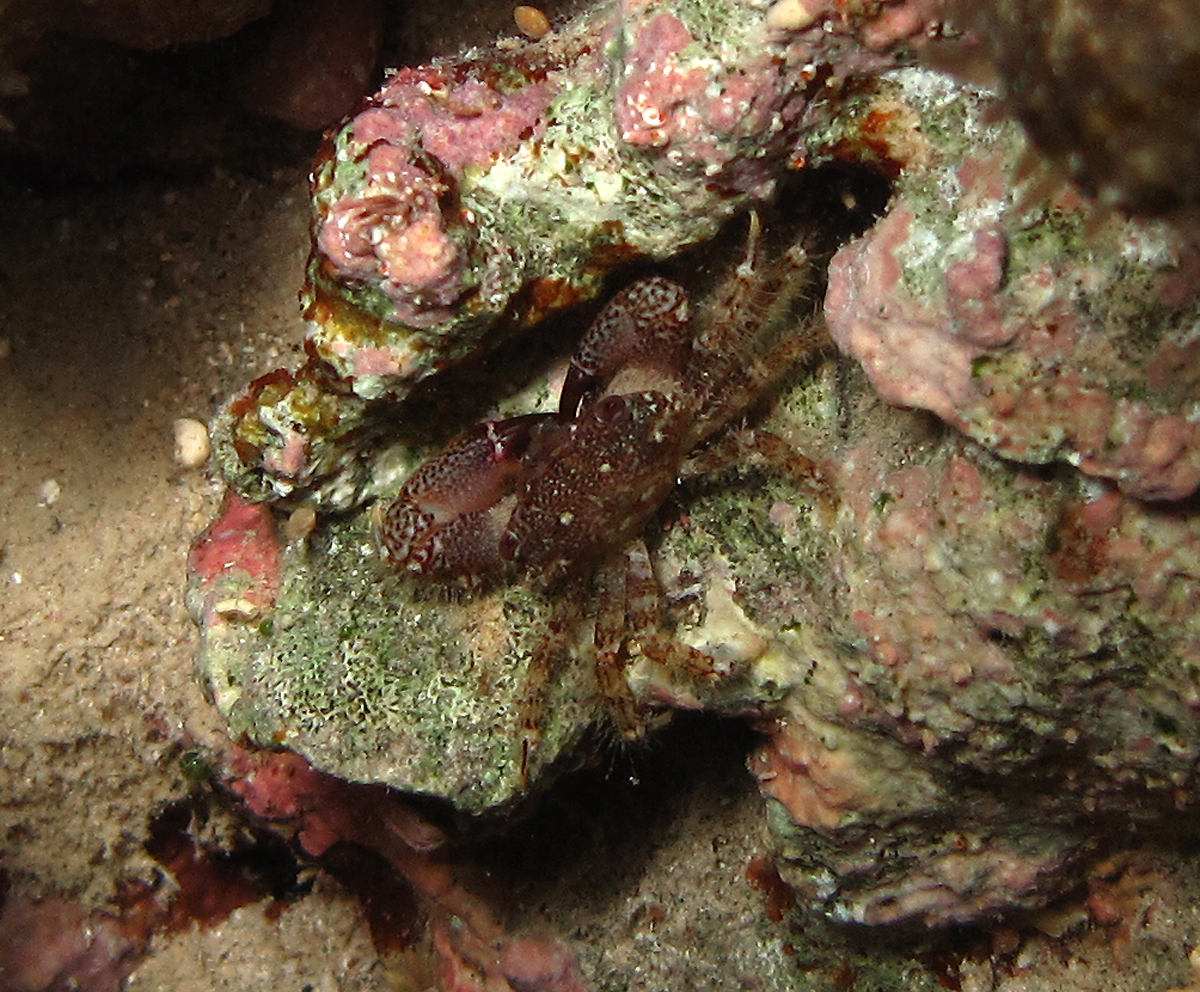
Chlorodiella sp.
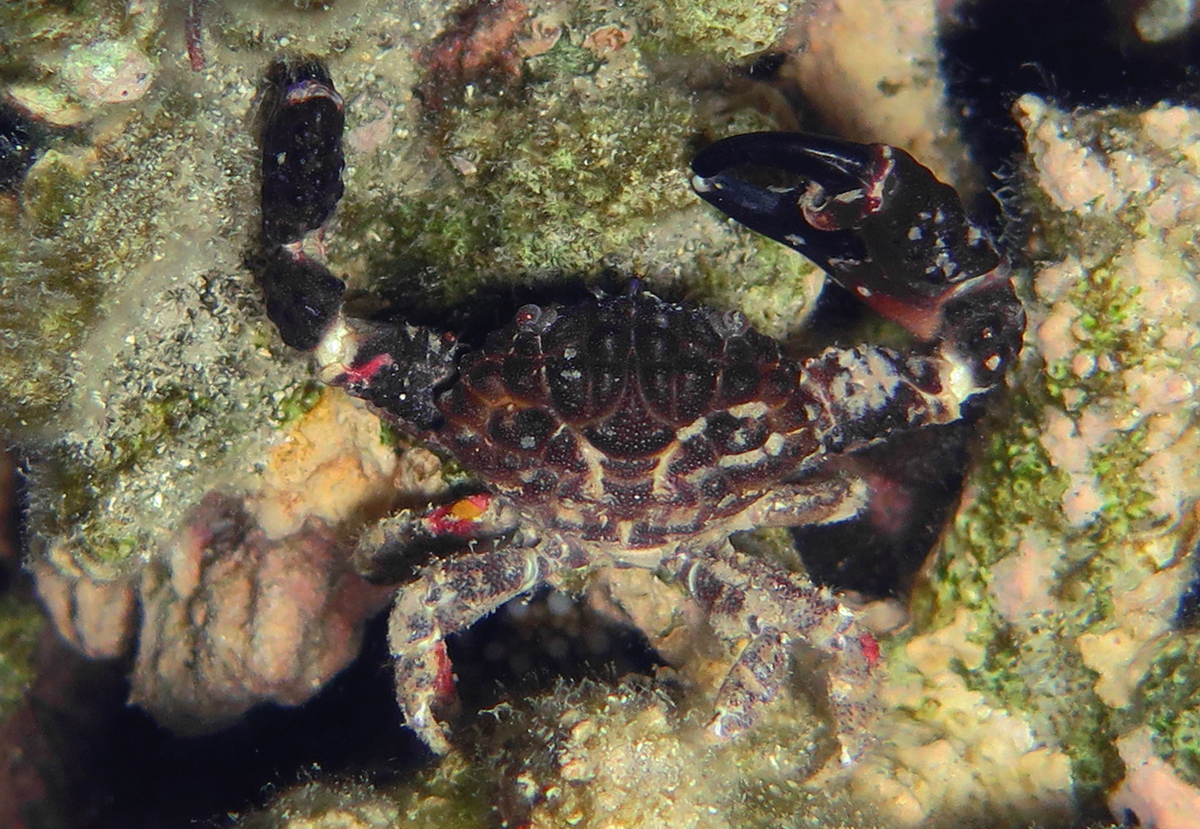
Cyclodius obscurus
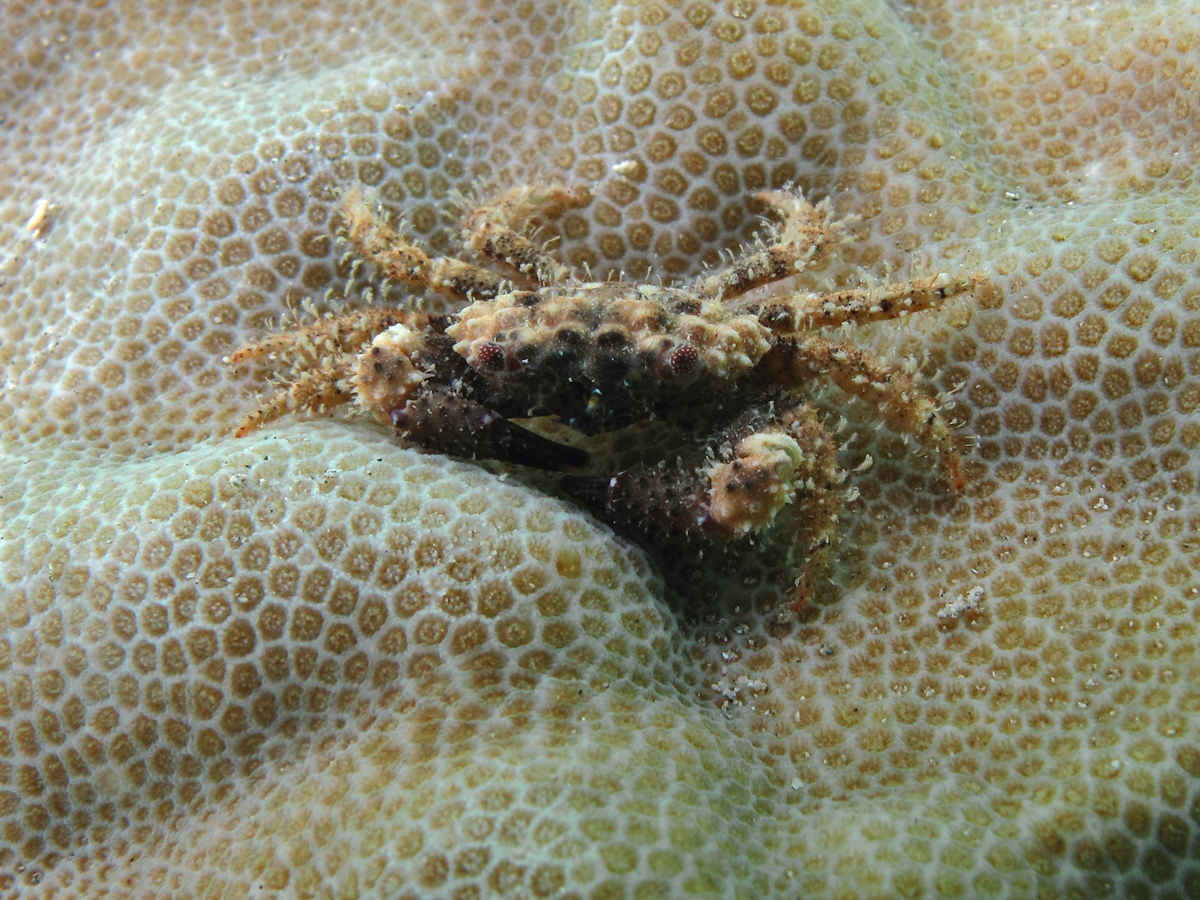
Cyclodius ungulatus
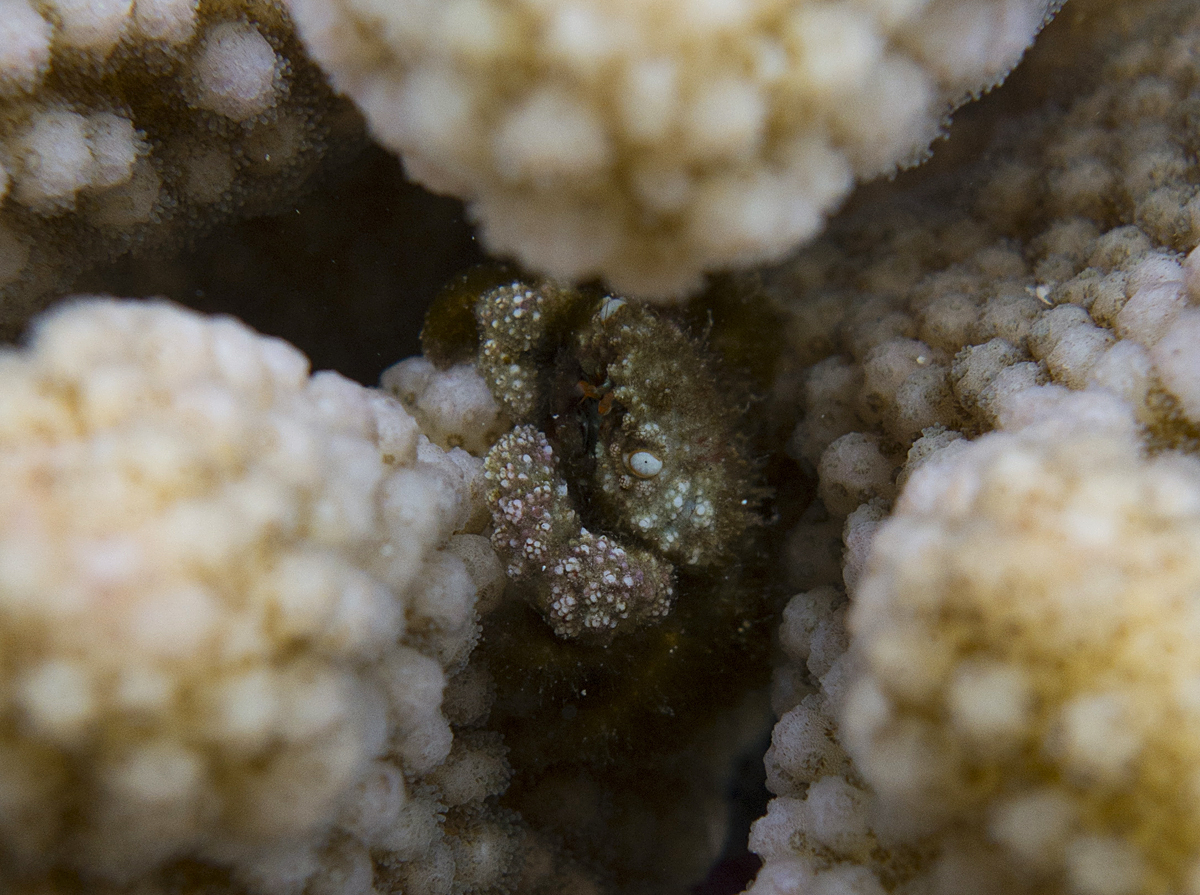
Cymo quadrilobatus
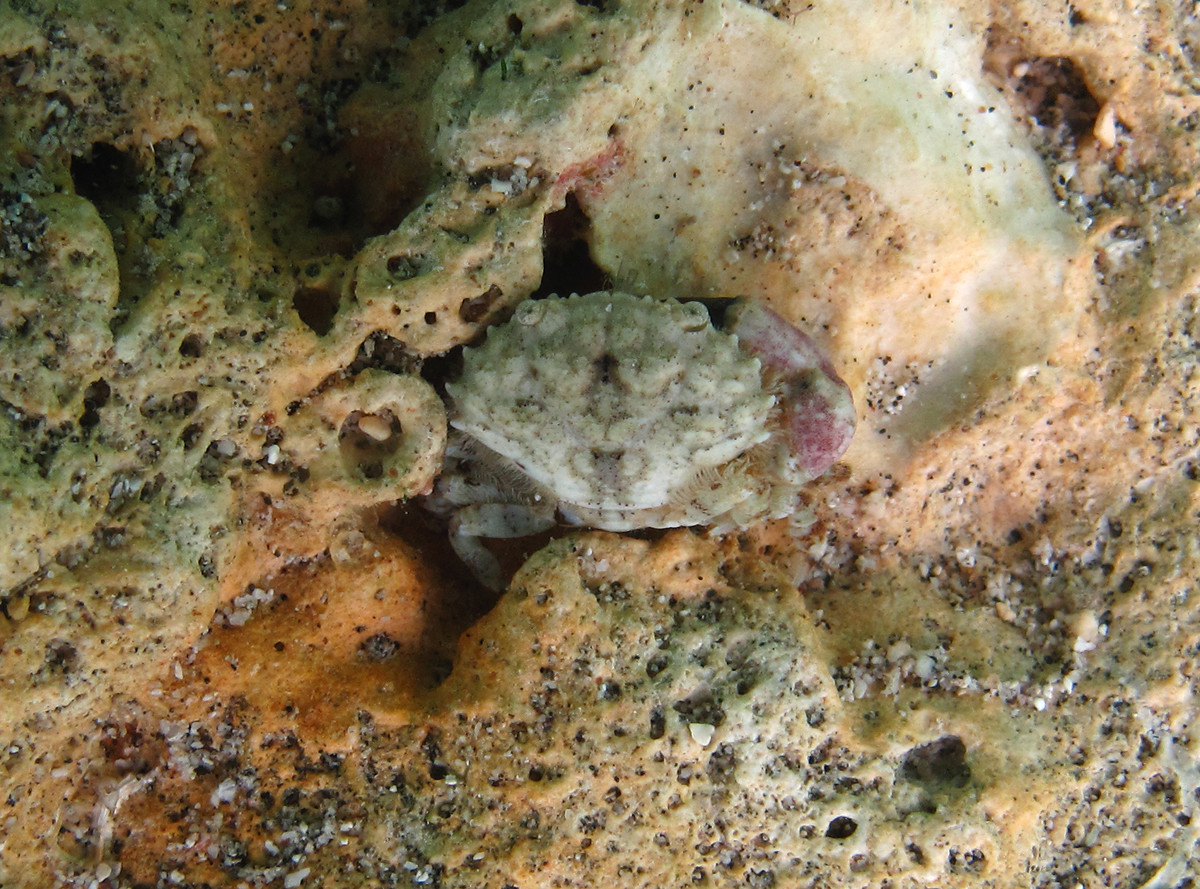
Etisus bifrontalis
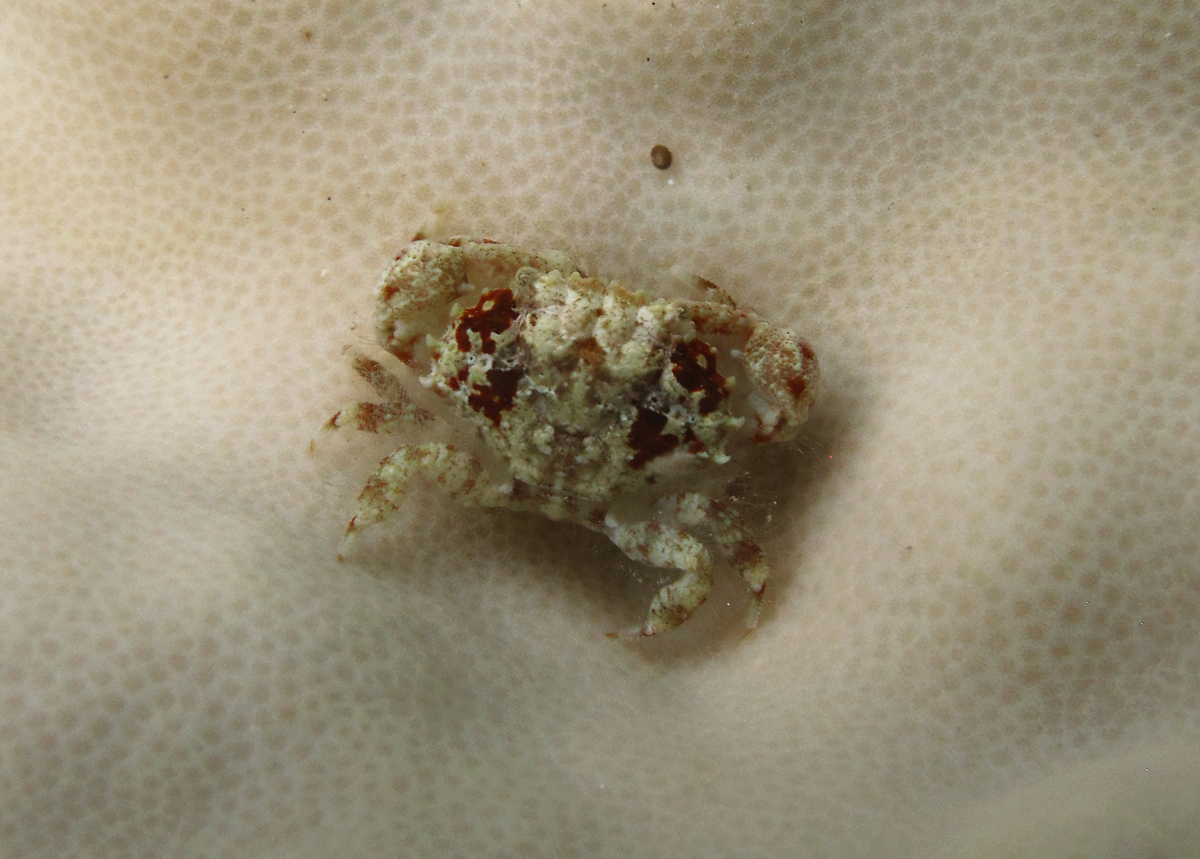
Etisus demani
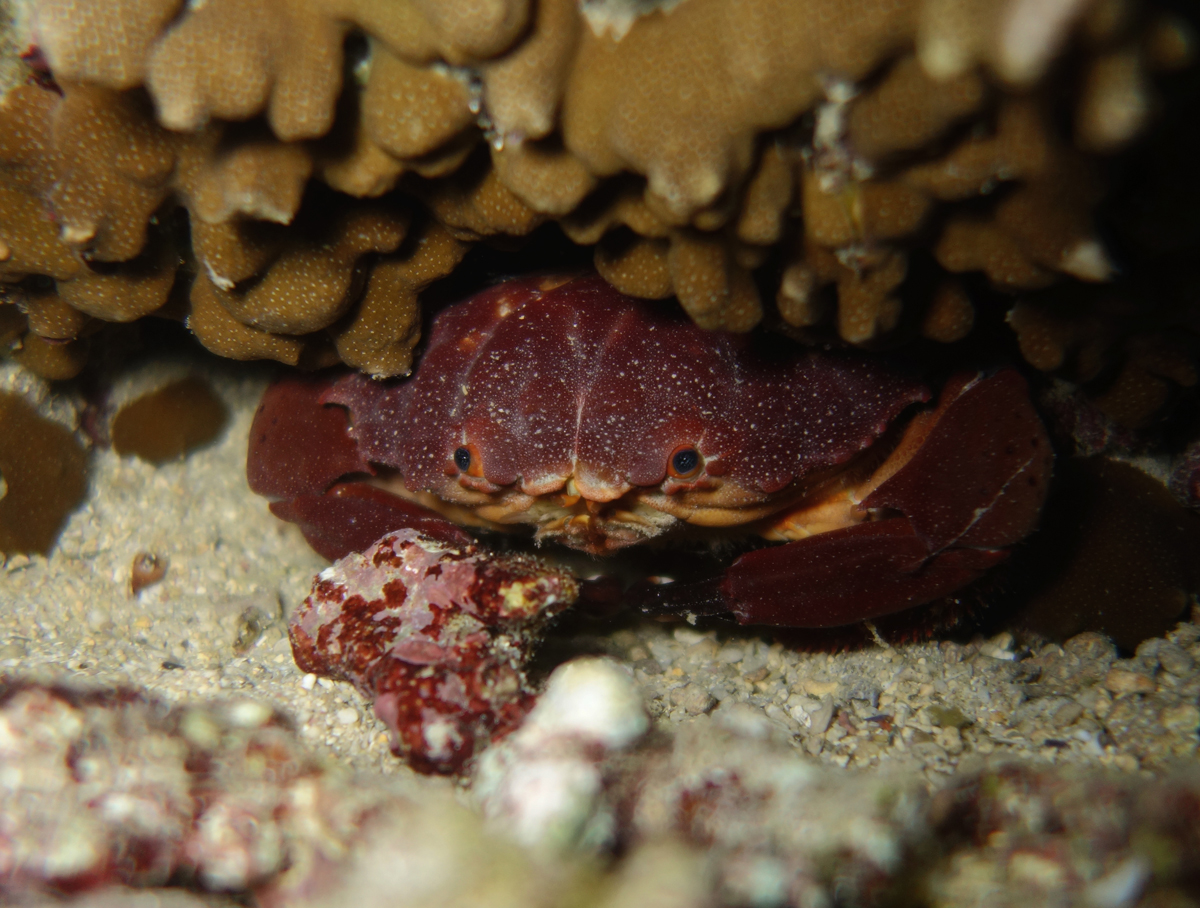
Etisus dentatus
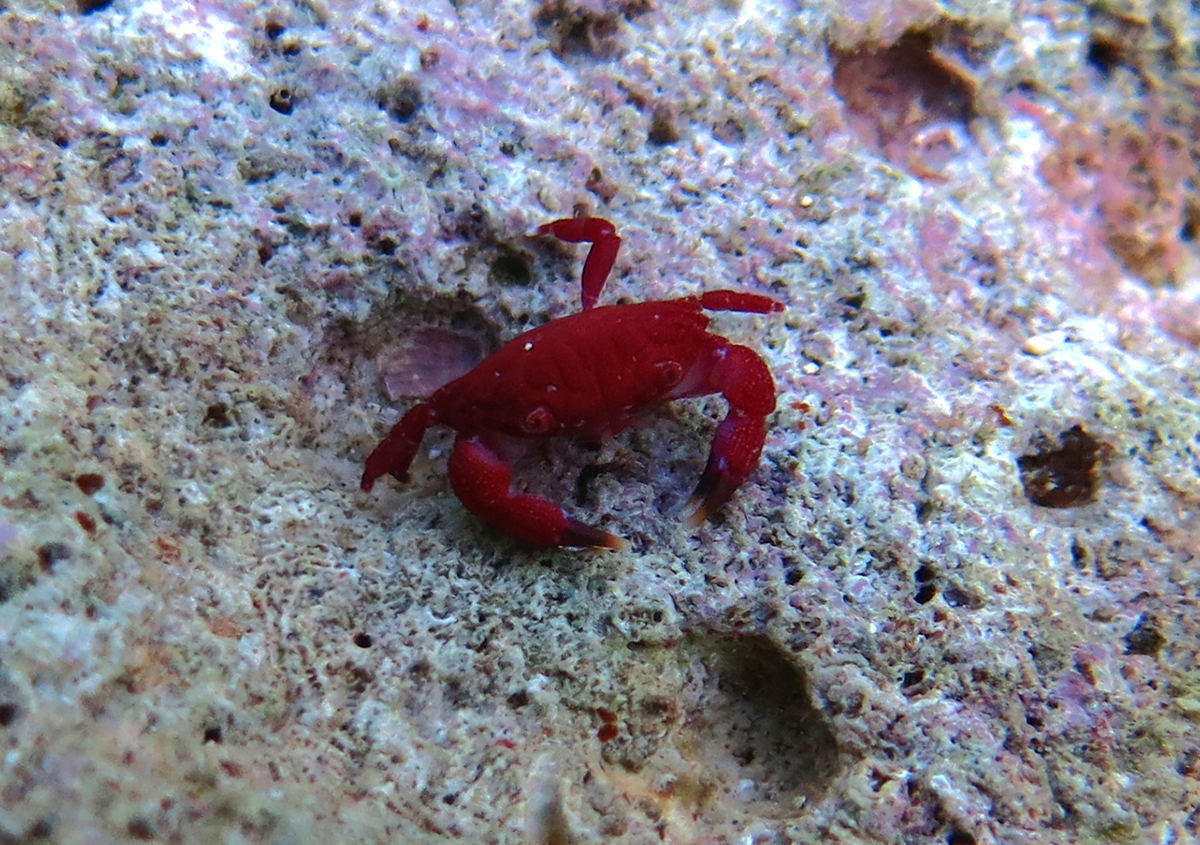
Liomera rugata
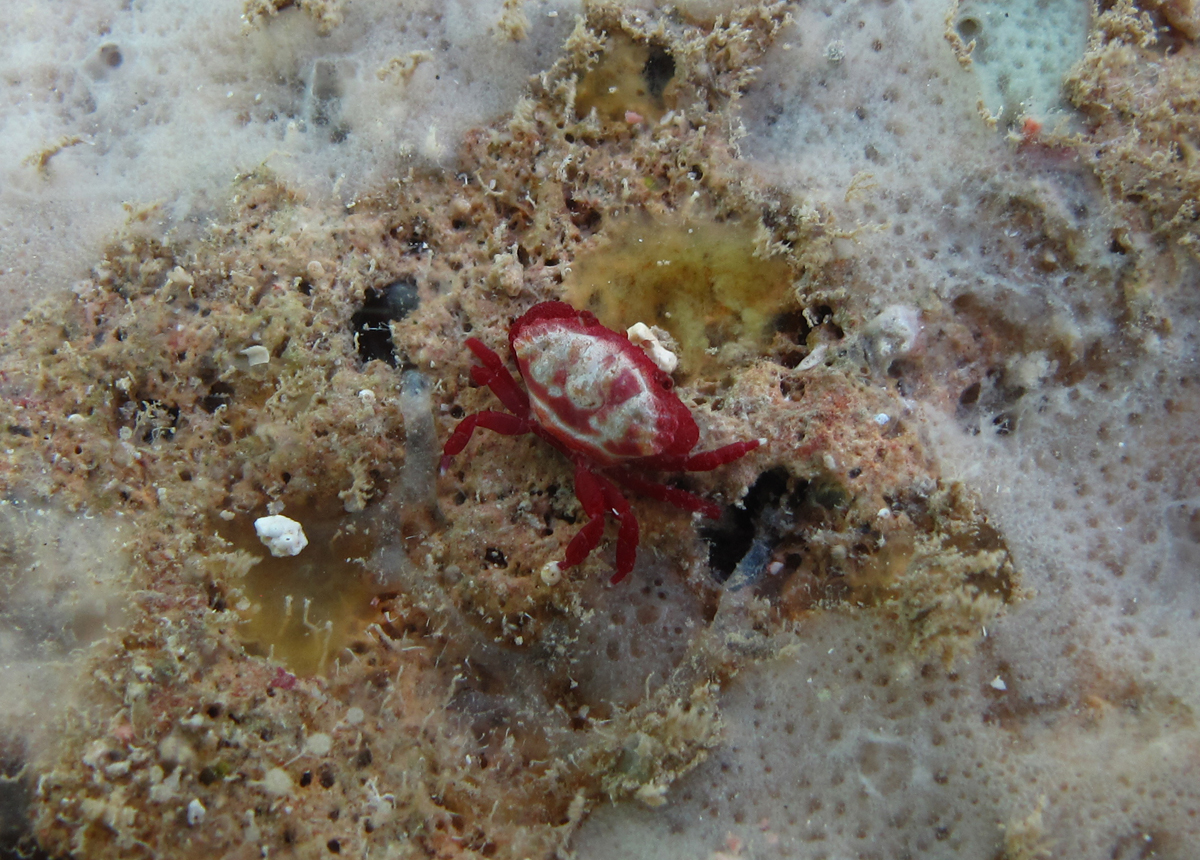
Liomera aff. bella
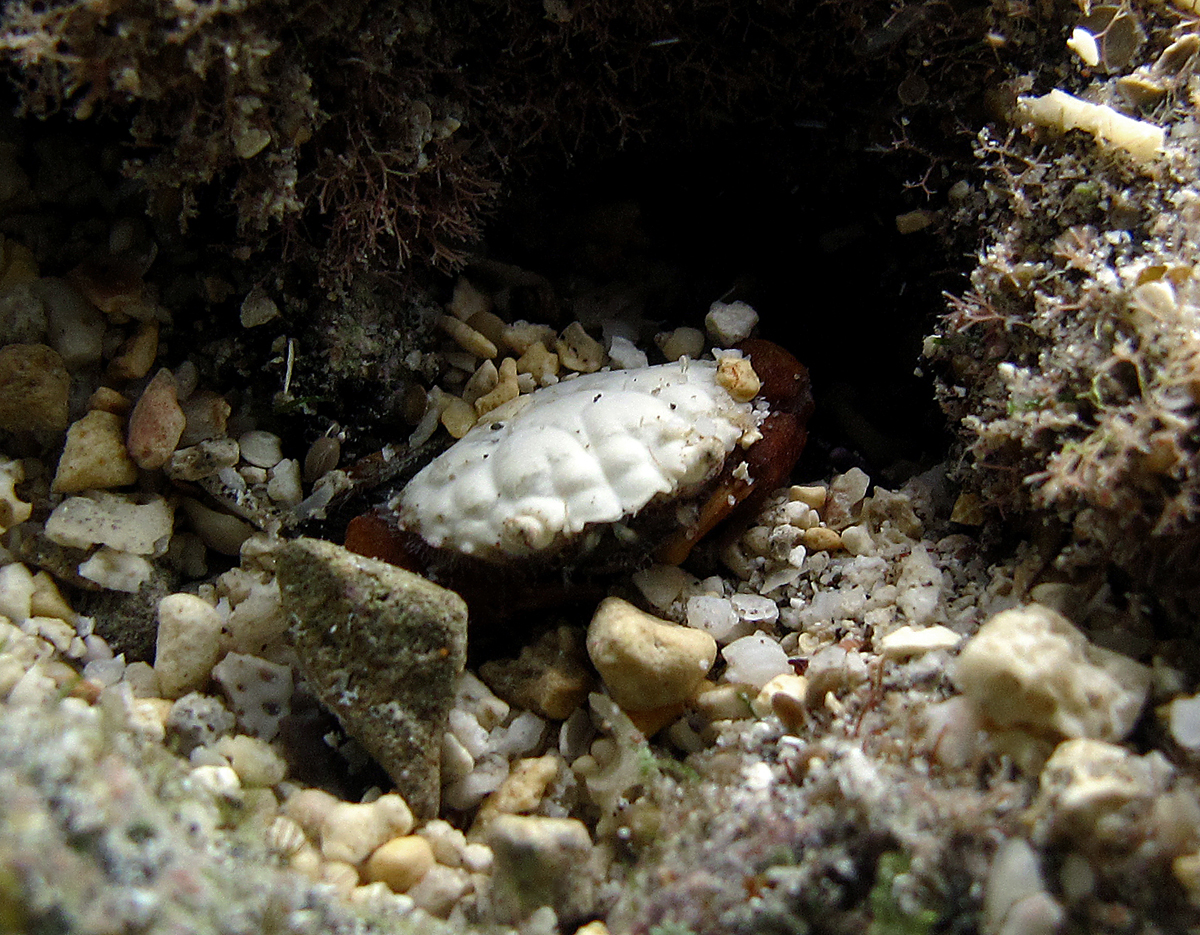
Un crabe du genre Liomera?
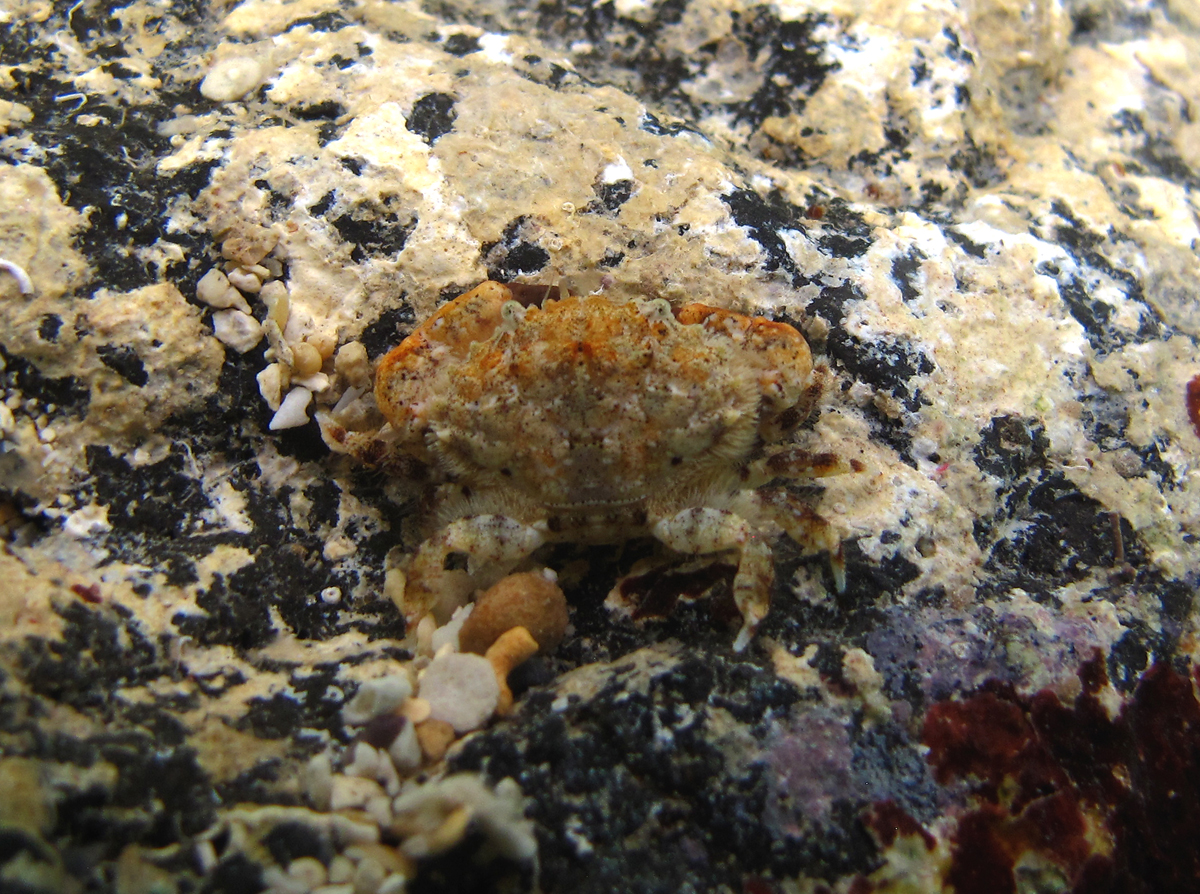
Leptodius exaratus
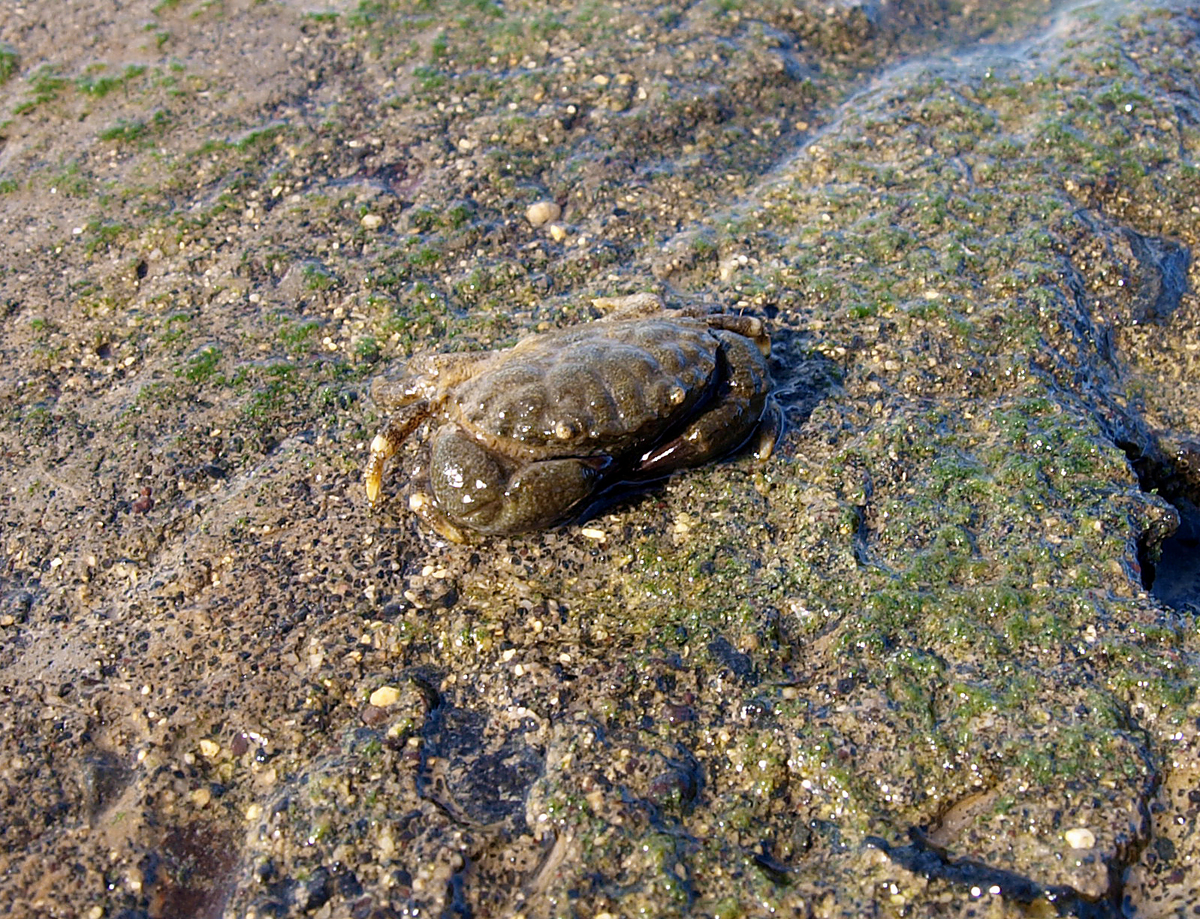
Leptodius sanguineus
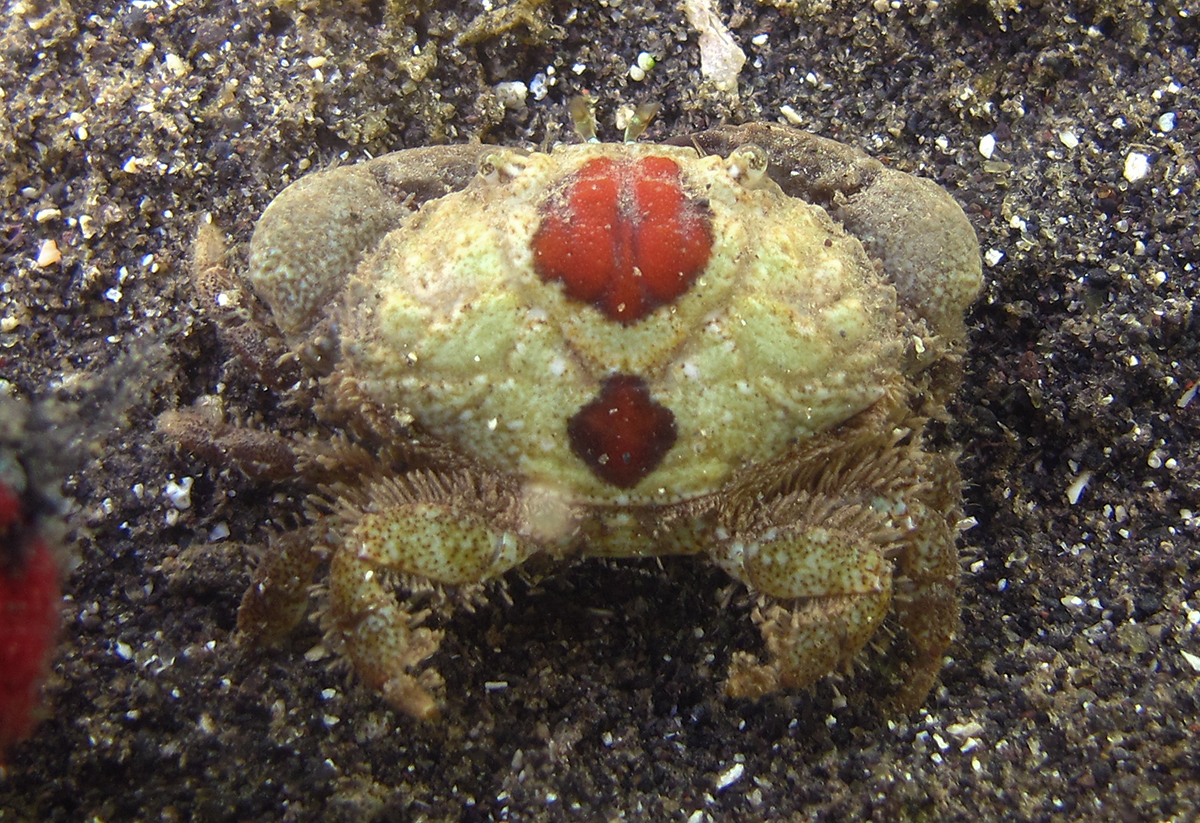
Leptodius sp.
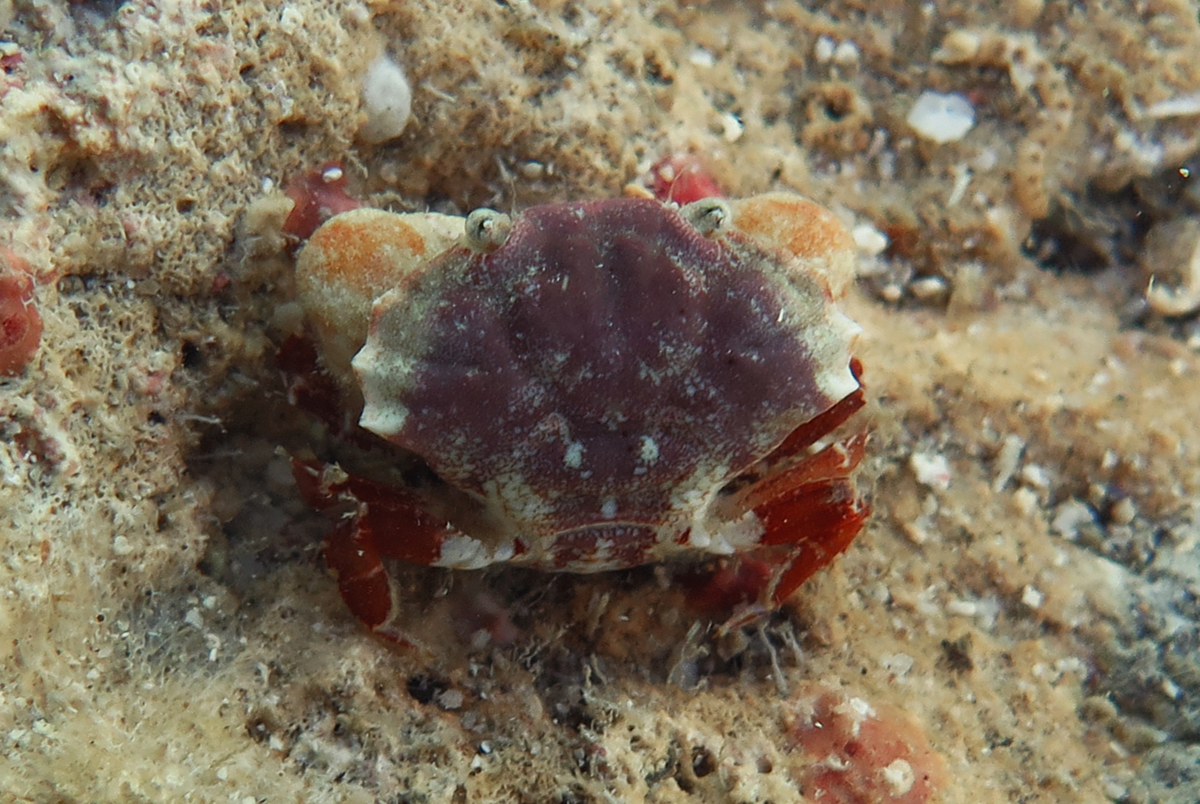
Lophozozymus dodone
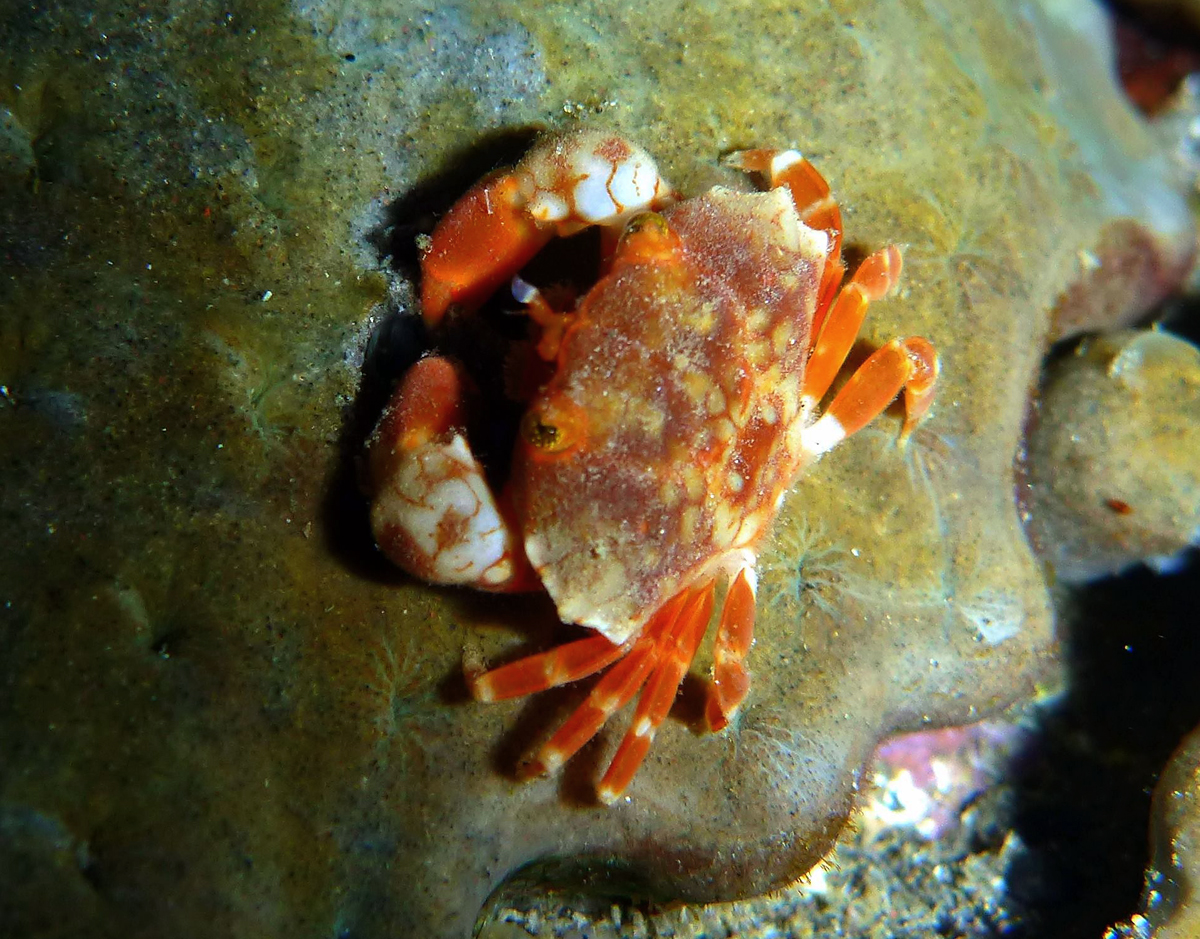
Lophozozimus pulchellus
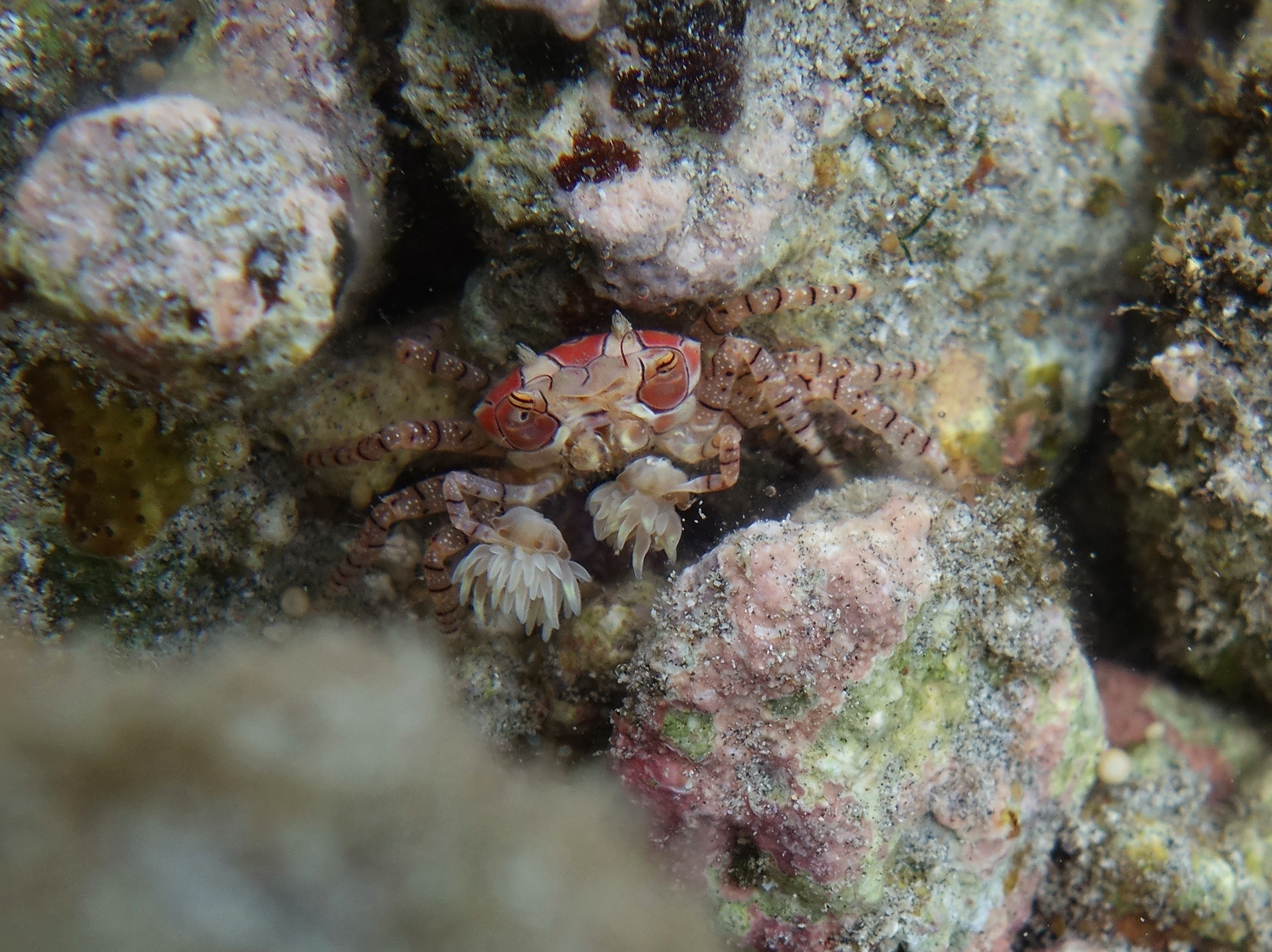
Crabe boxeur à mosaïque (Lybia tessellata)
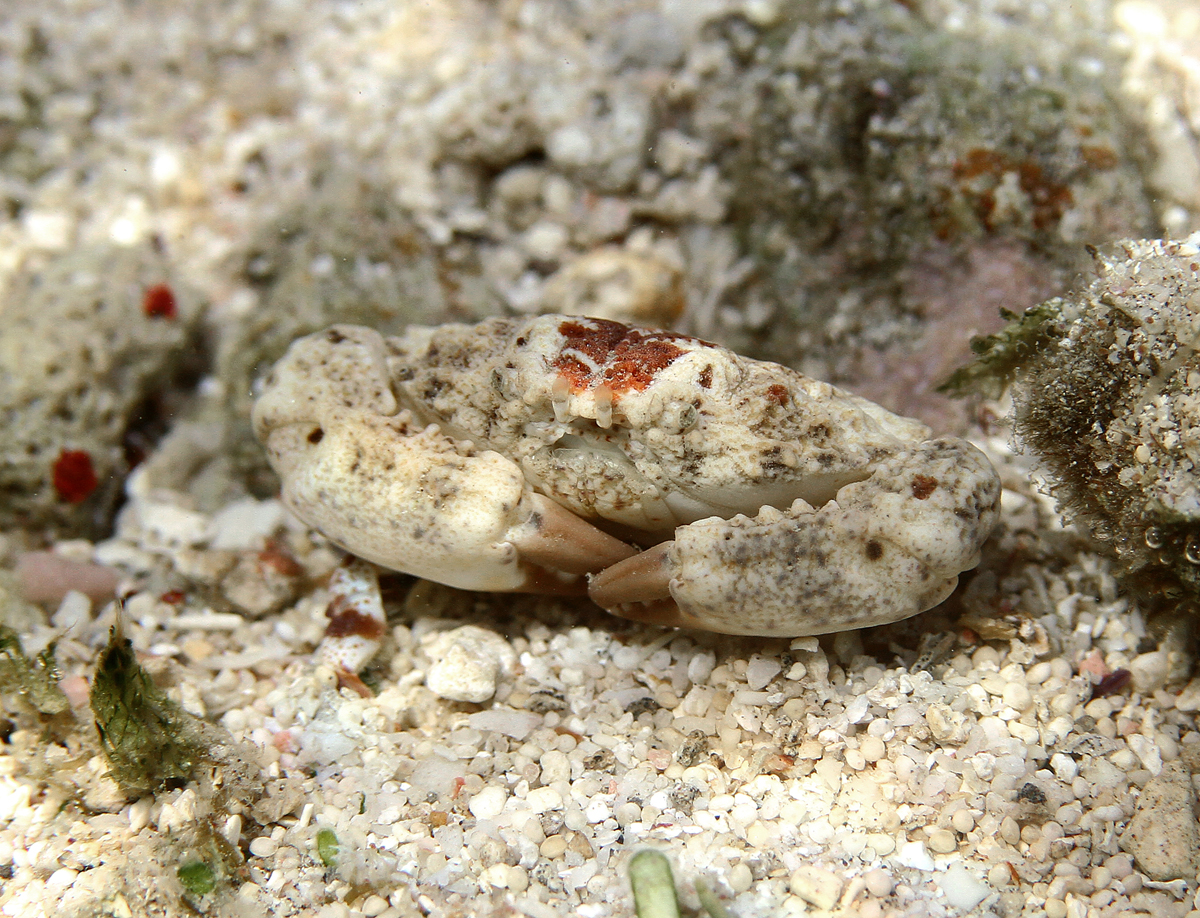
Macromedaeus nudipes
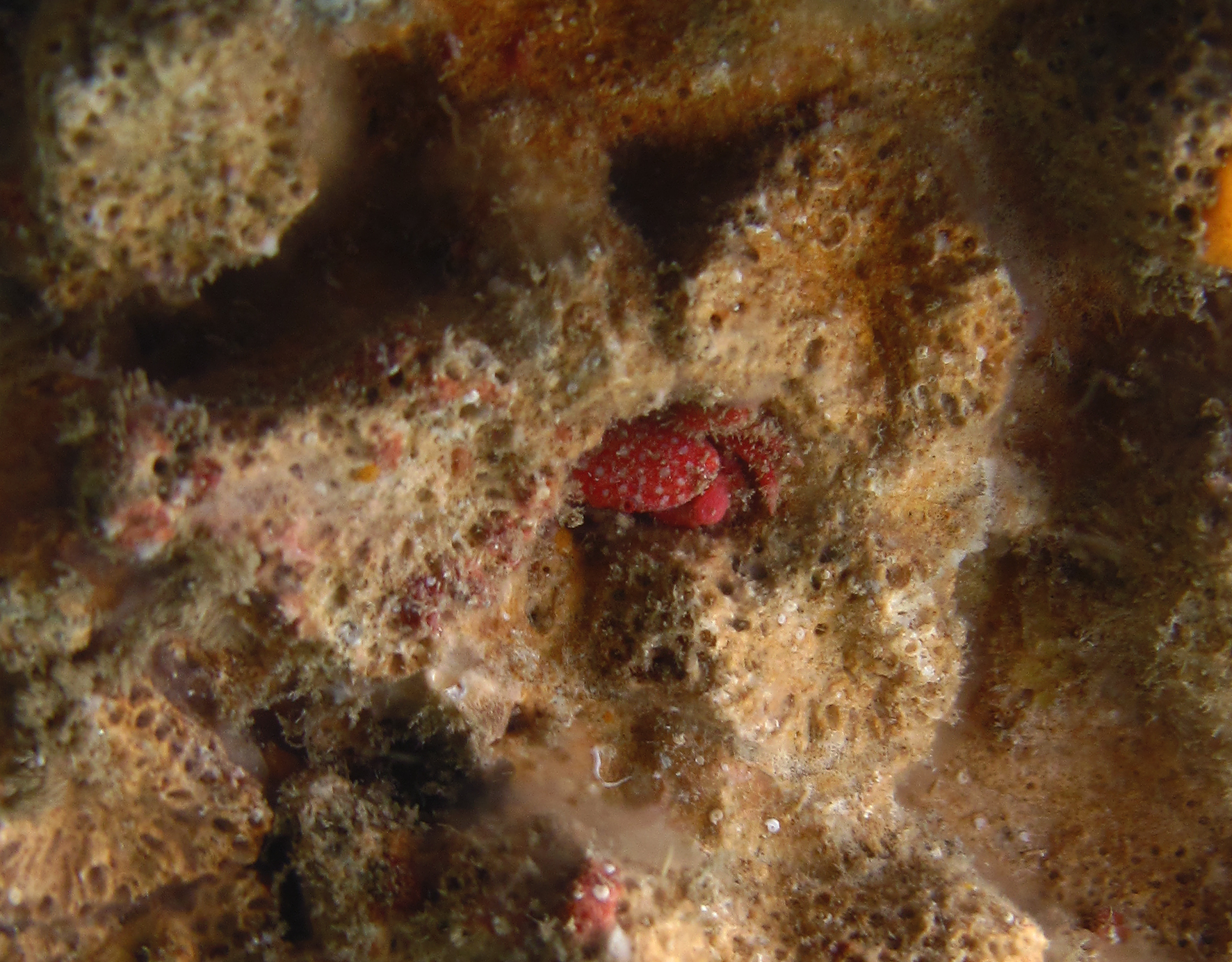
Neoliomera pubescens
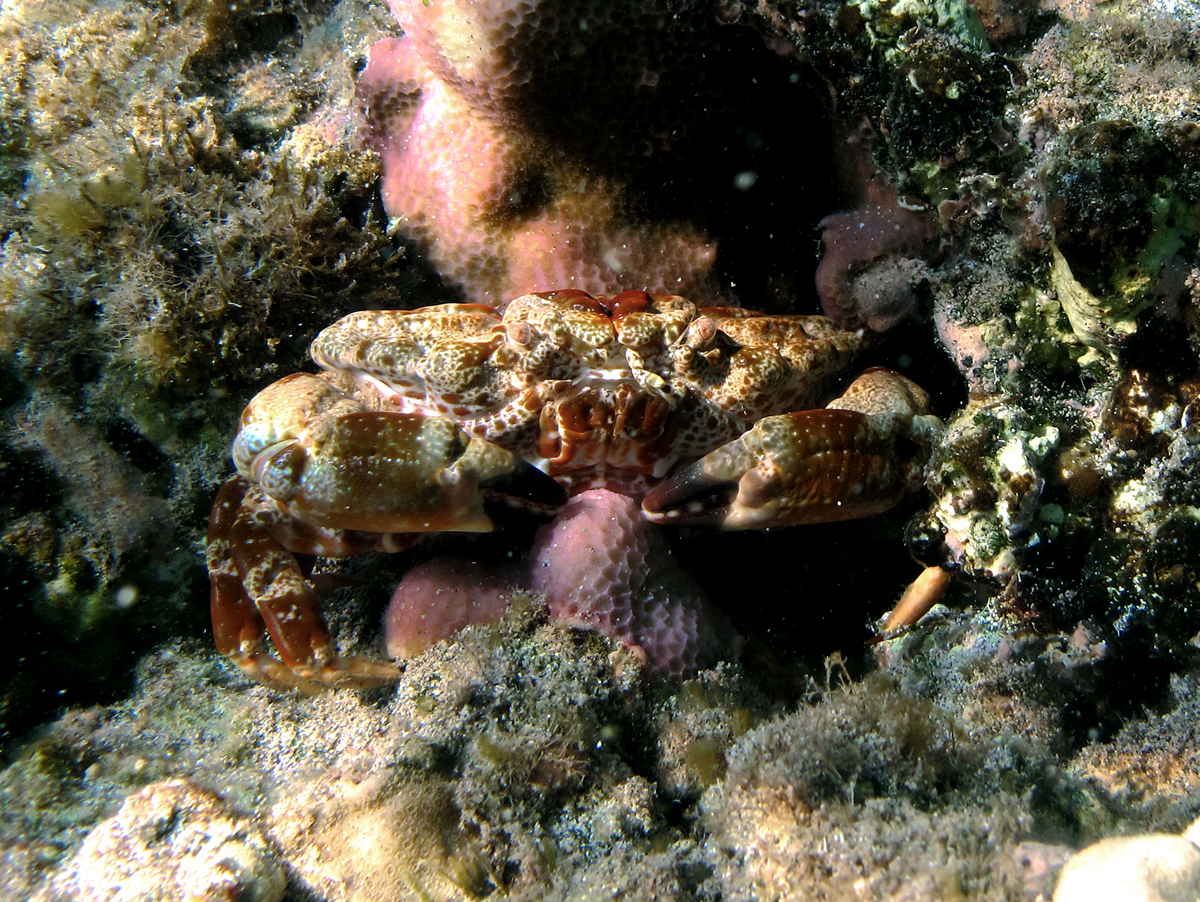
Neoxanthias impressus
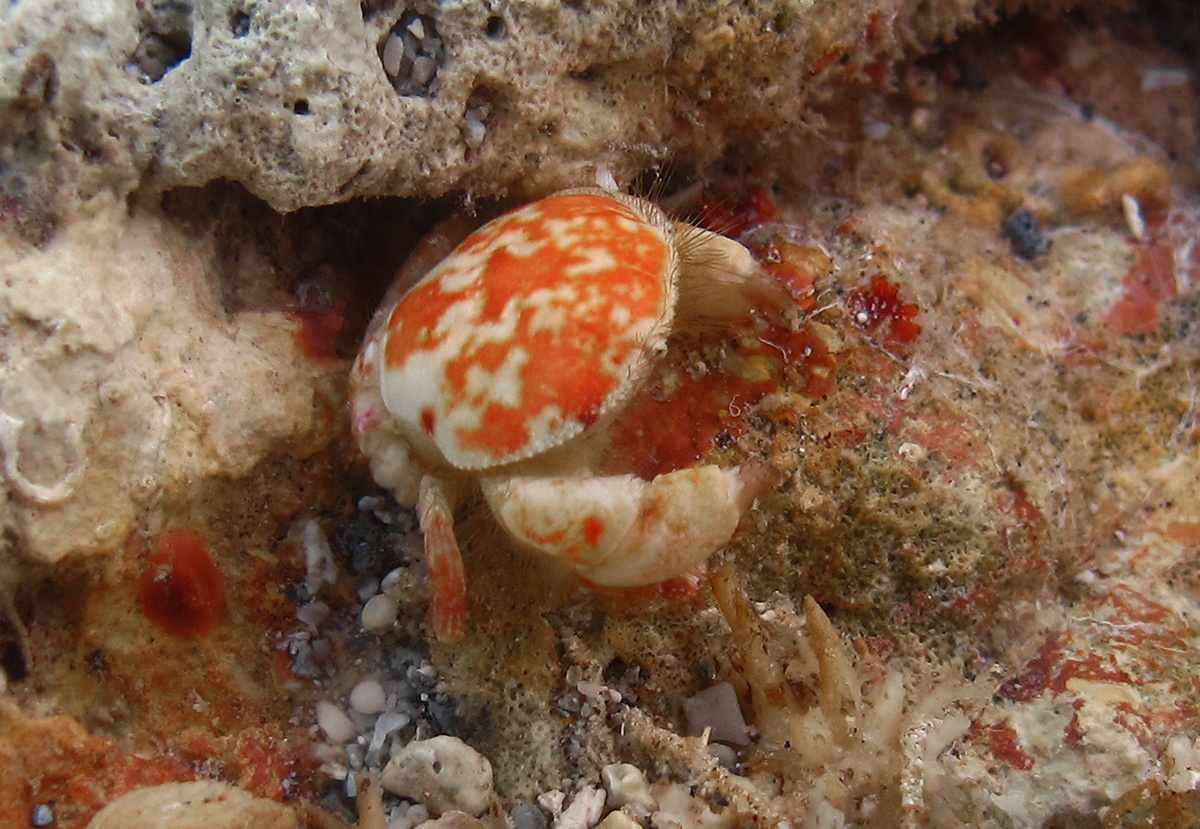
Palapedia rastripes
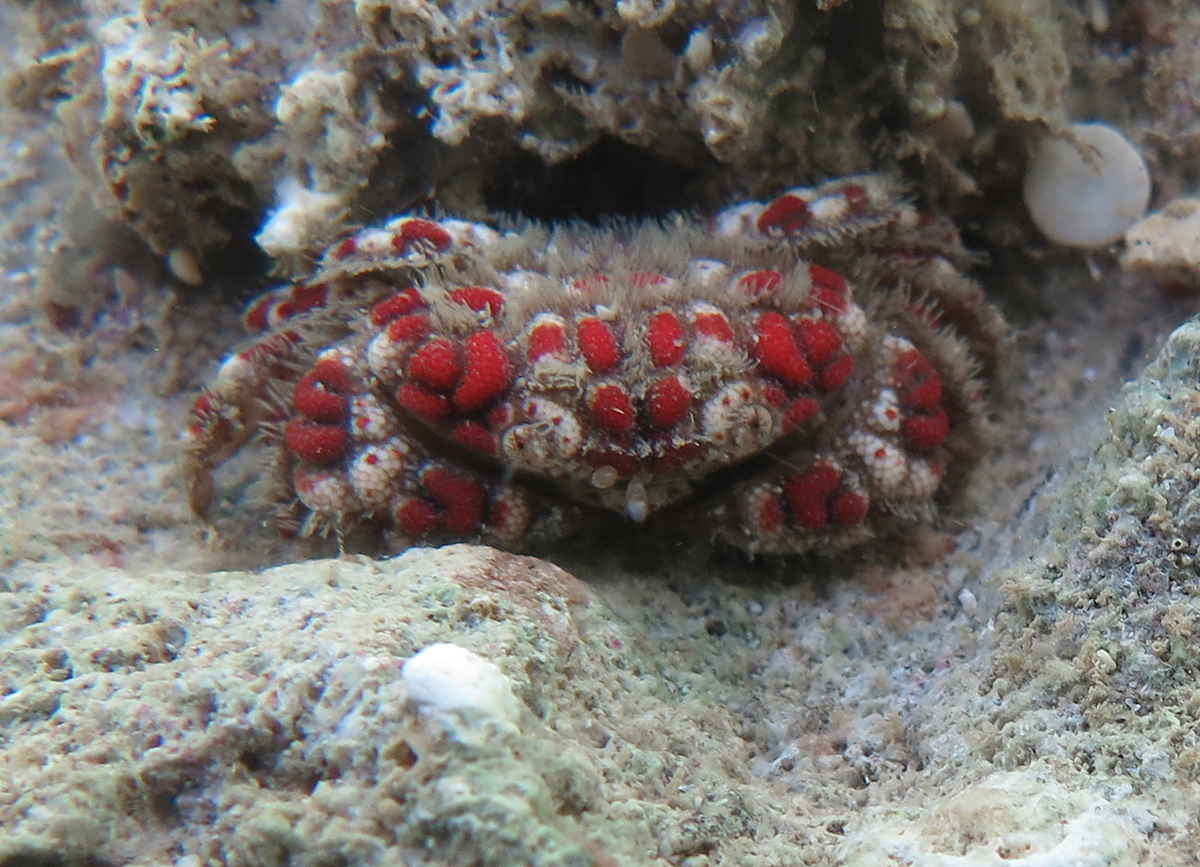
Paractaea retusa?
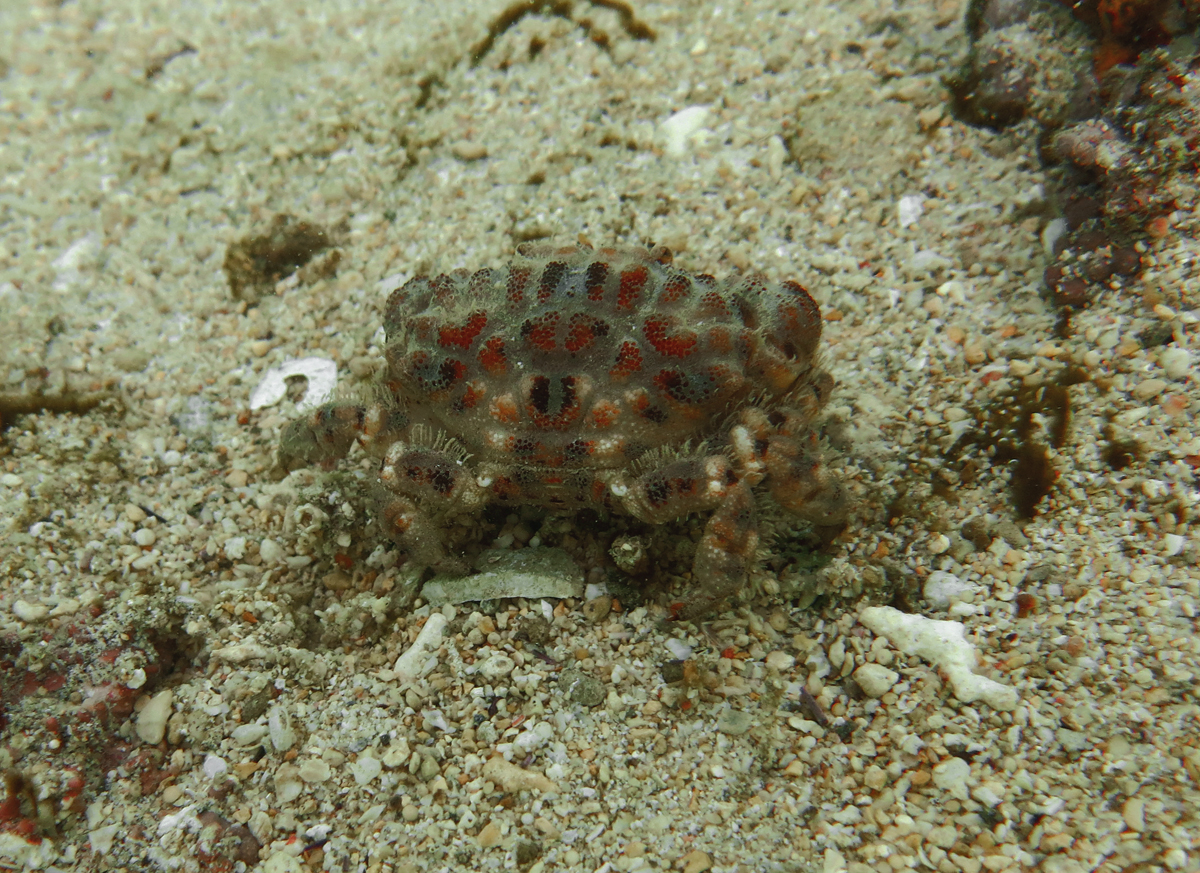
Paractaea rufopunctata, forme frontalis
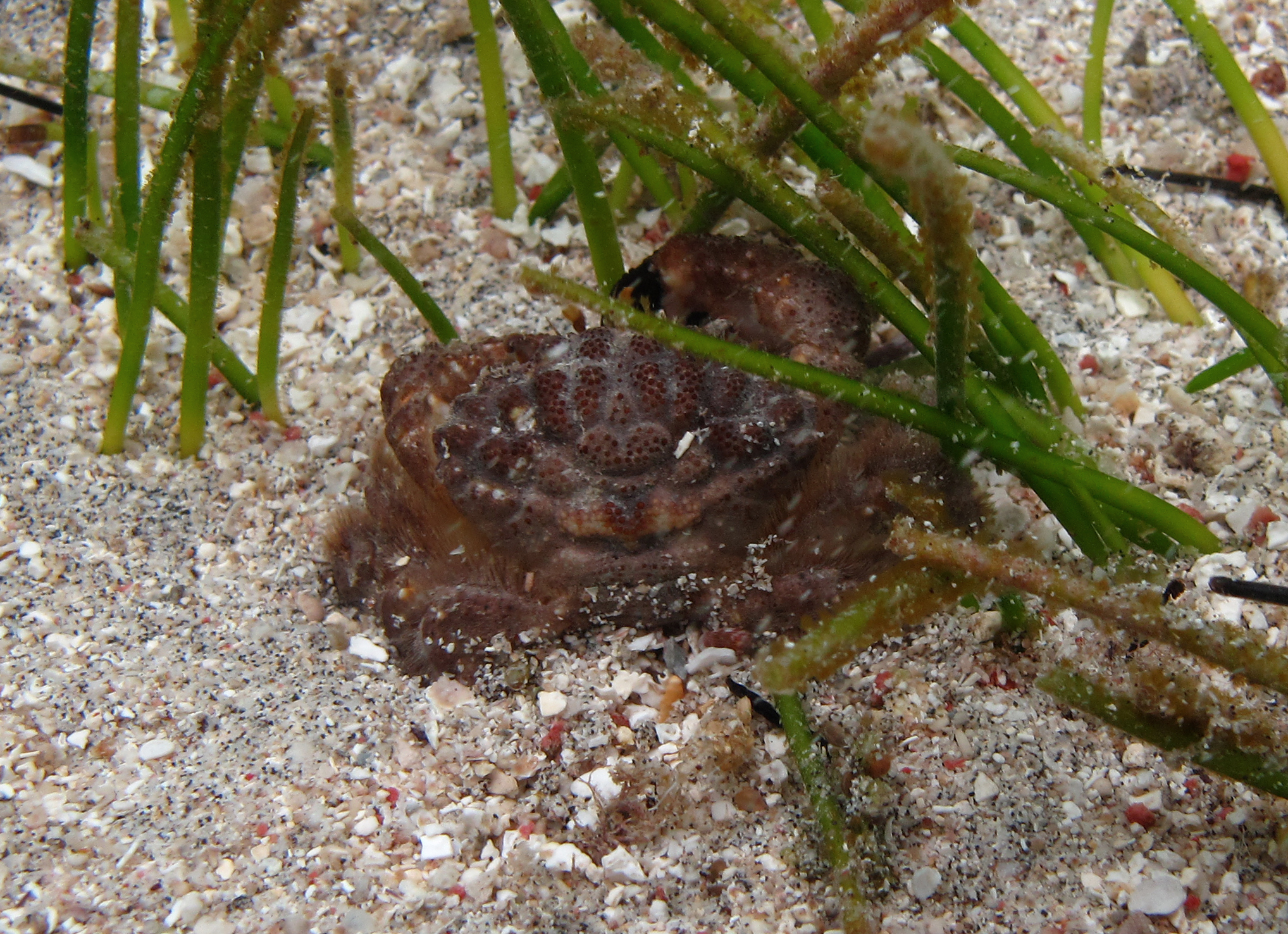
Pilodius areolatus
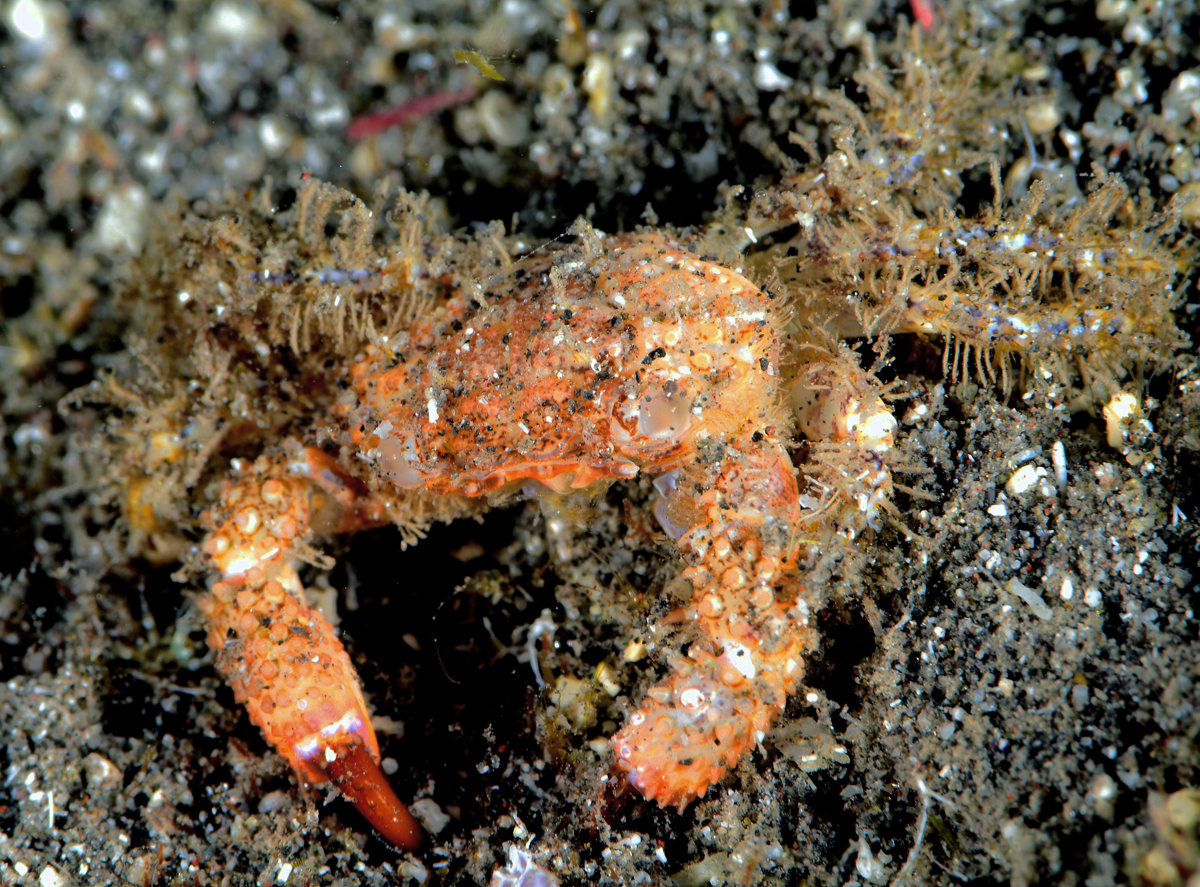
Pilodius pugil
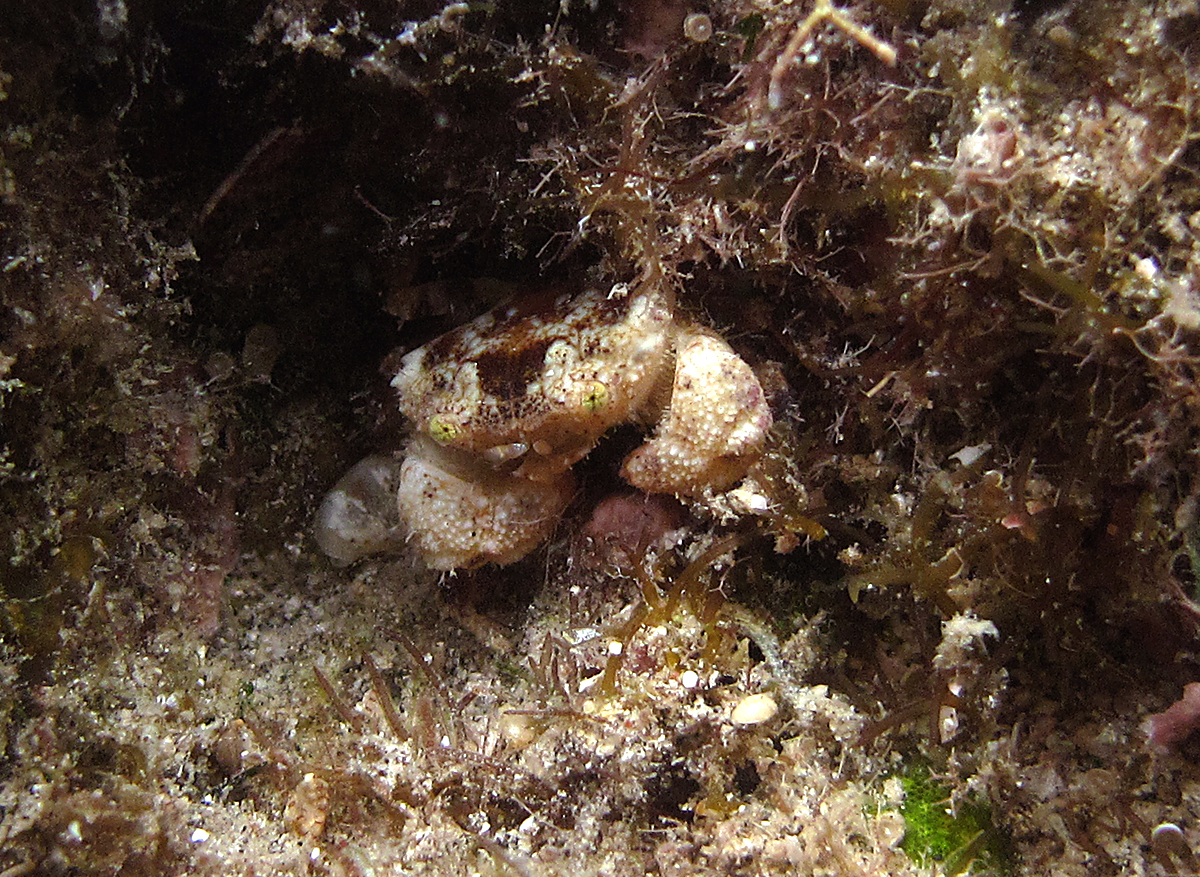
Xanthias lamarckii
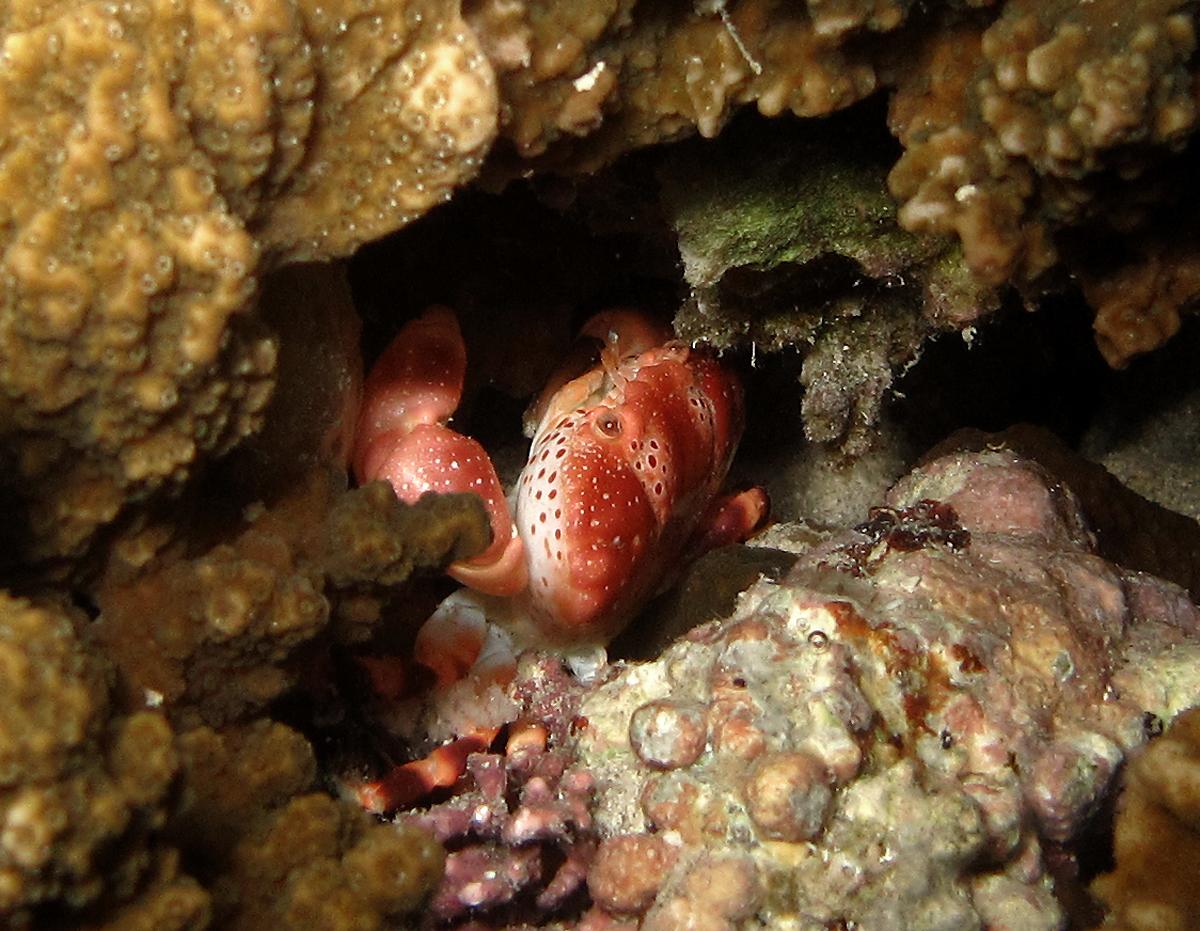
Xanthias punctatus de nuit
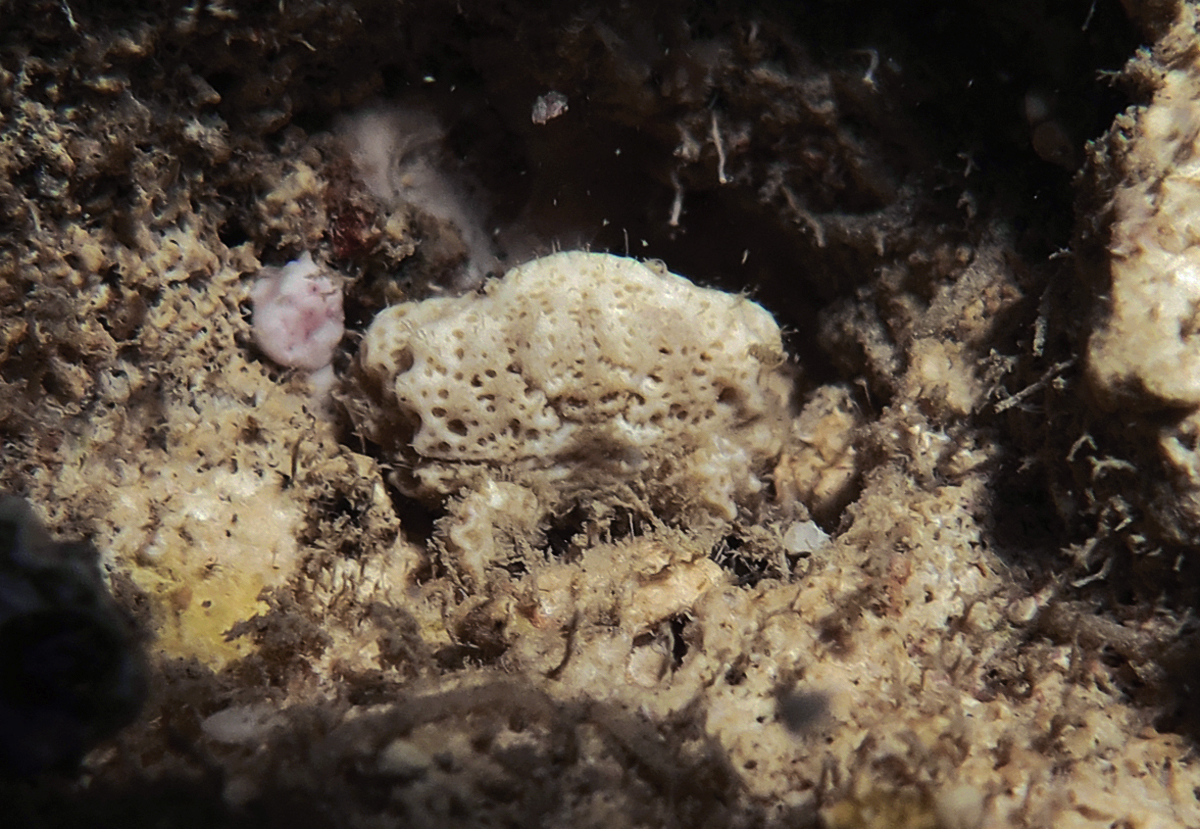
Psaumis cavipes
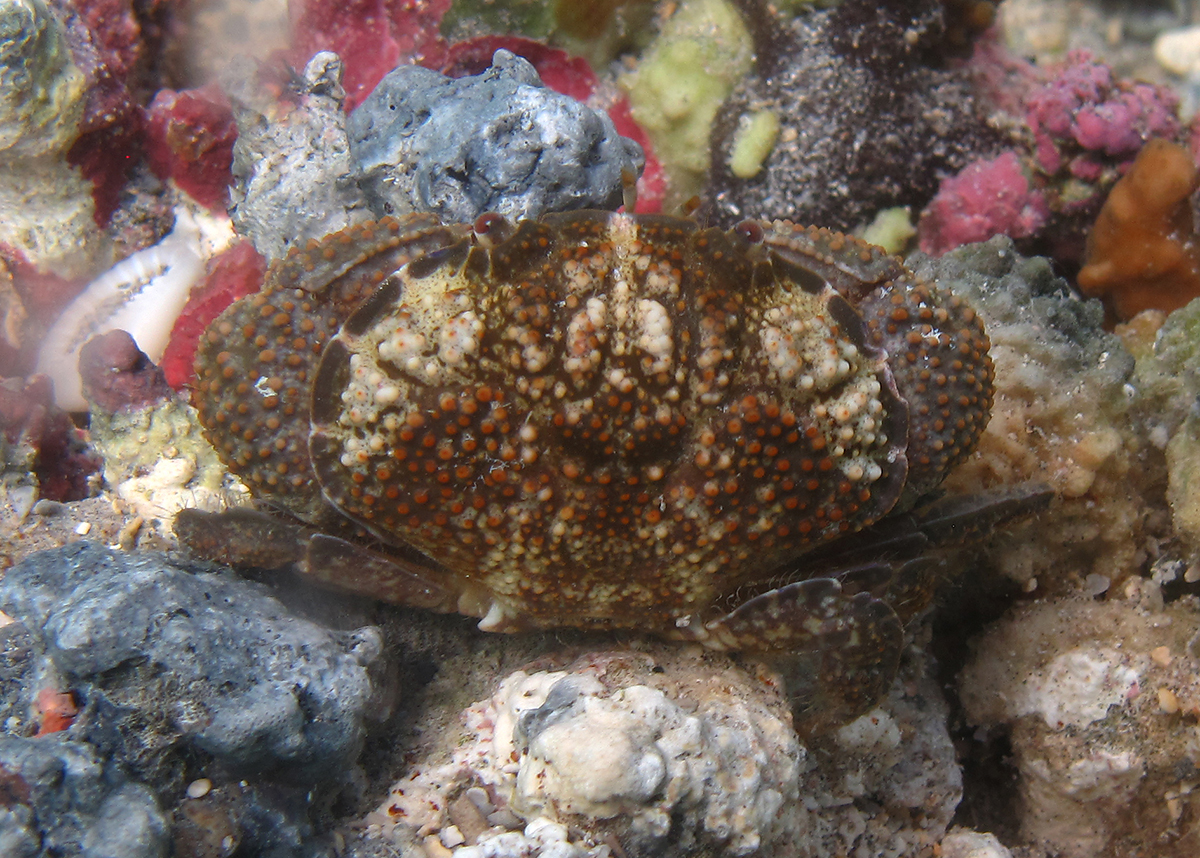
Platypodia granulosa
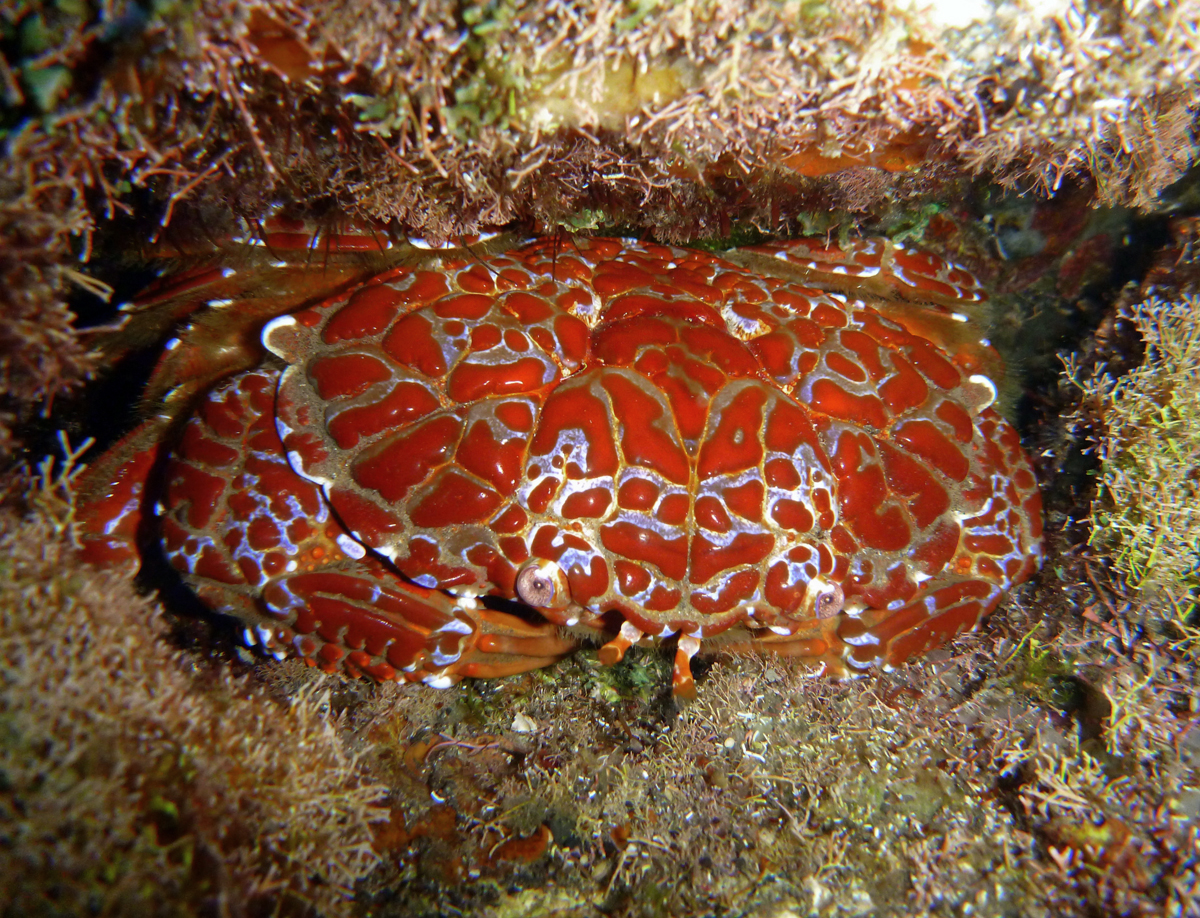
Zosimus aeneus
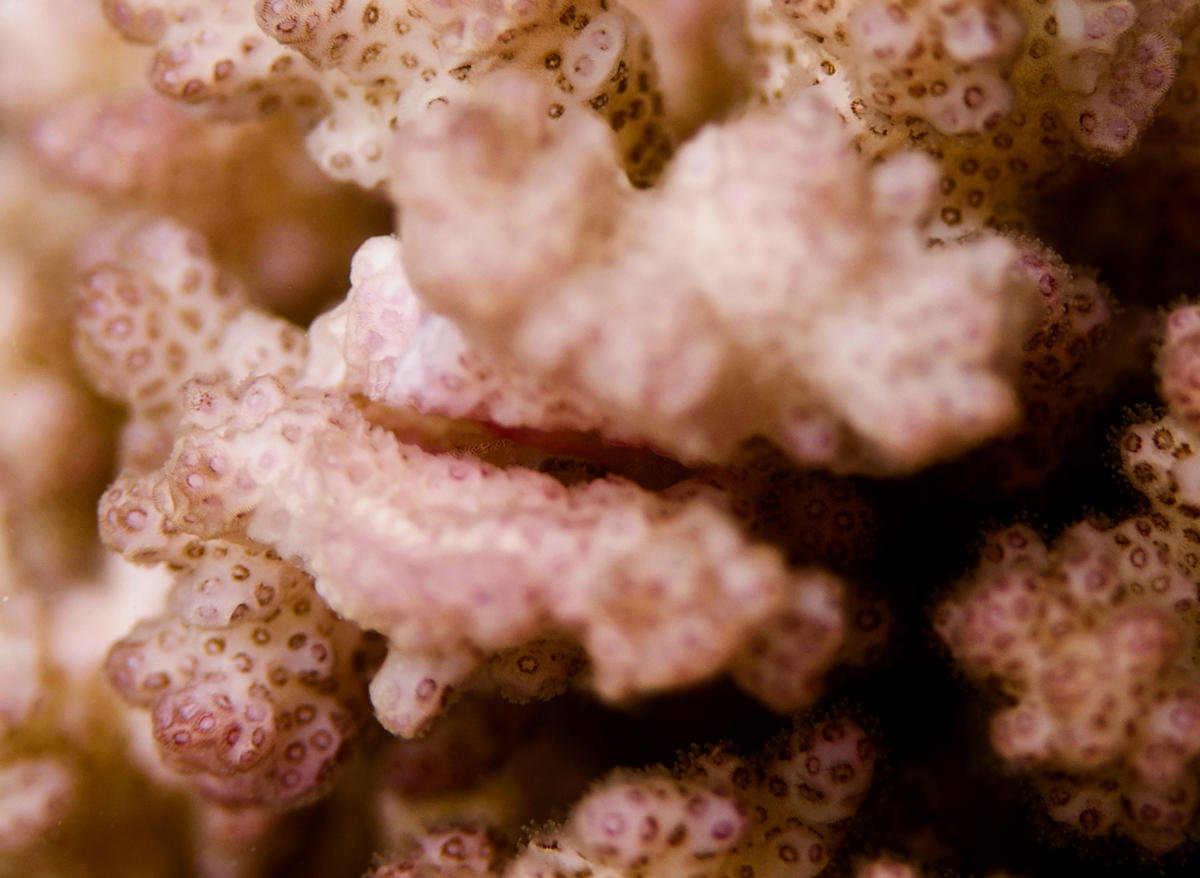
Galle de corail Pocillopora autour d’une femelle de Cryptochiridae (probablement Hapalocarcinus marsupialis).

Crabes amphibies (Grapsoidea, Ocypodoidea)

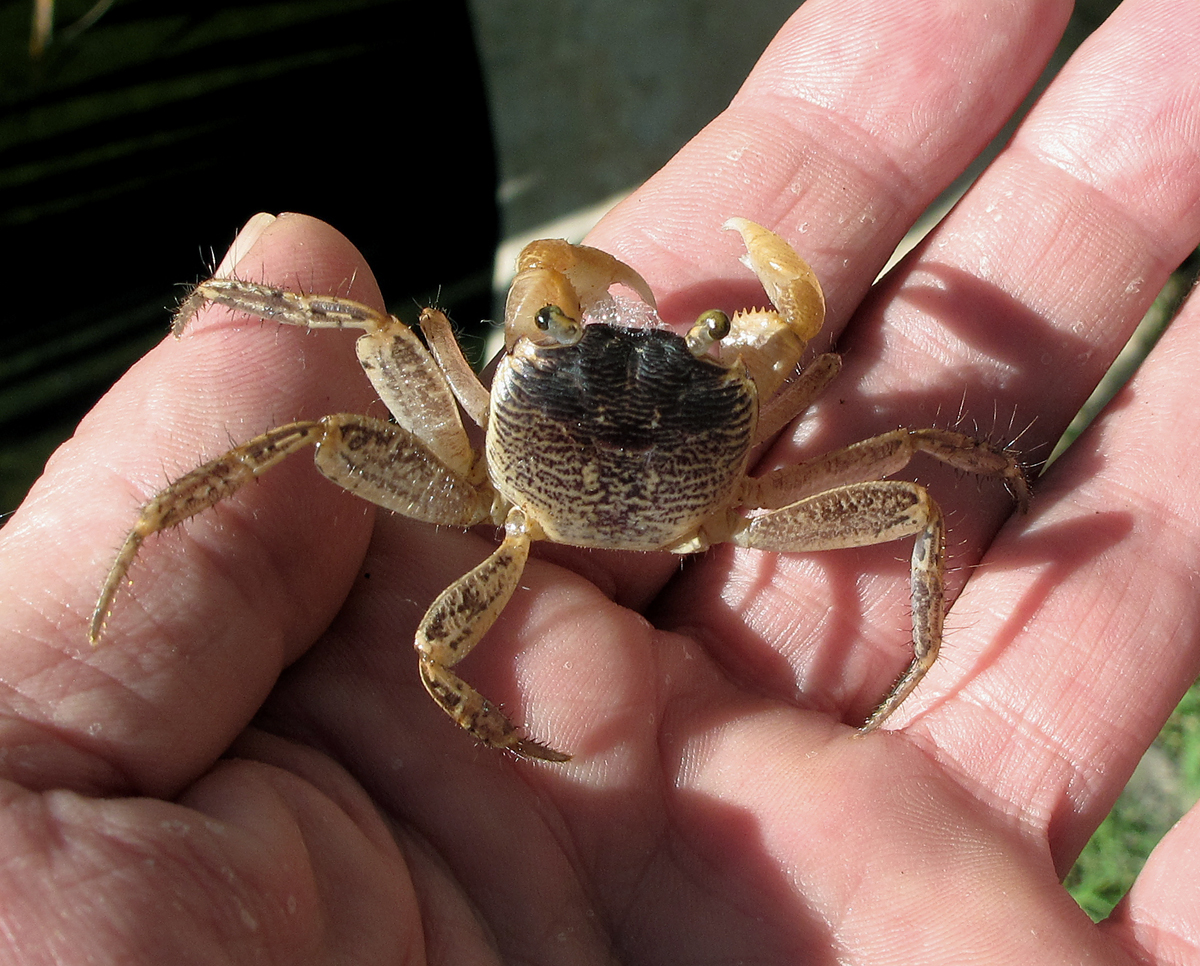
Crabe coureur (Geograpsus grayi)
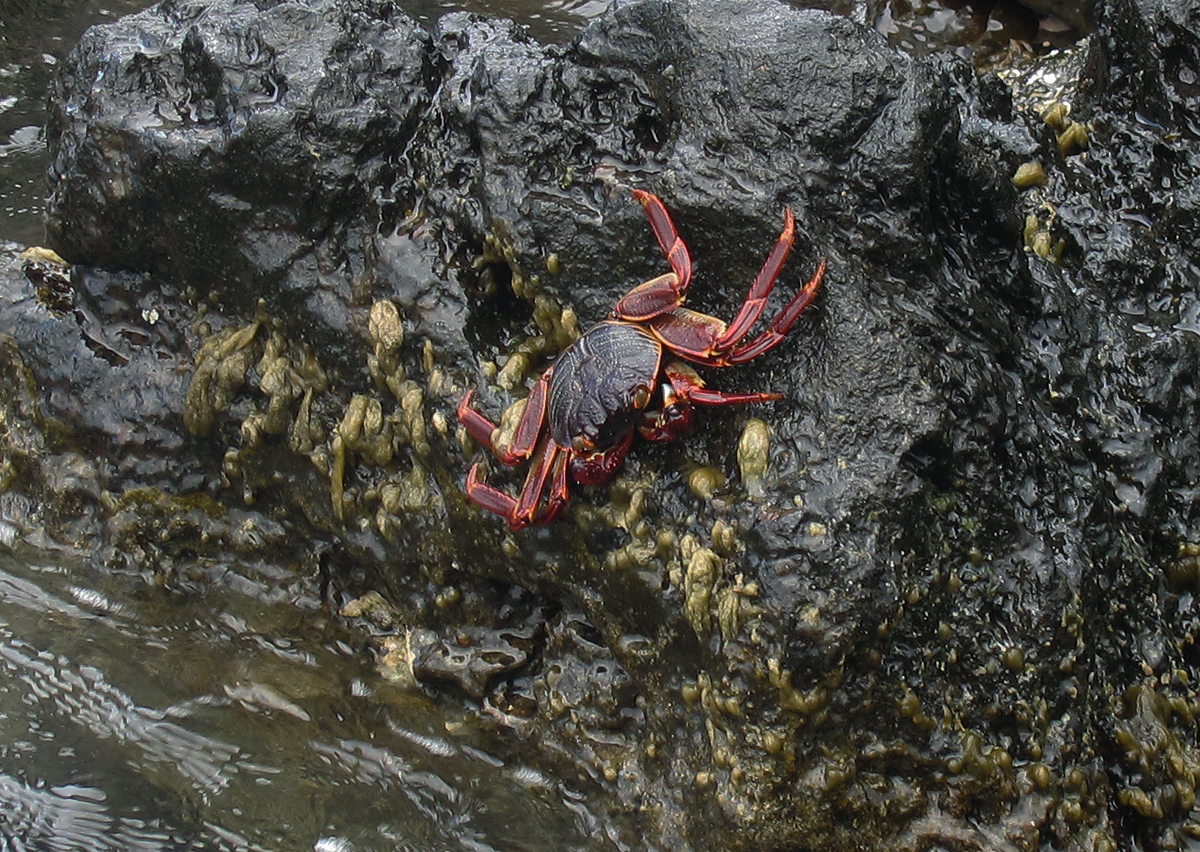
Grapsus tenuicrustatus
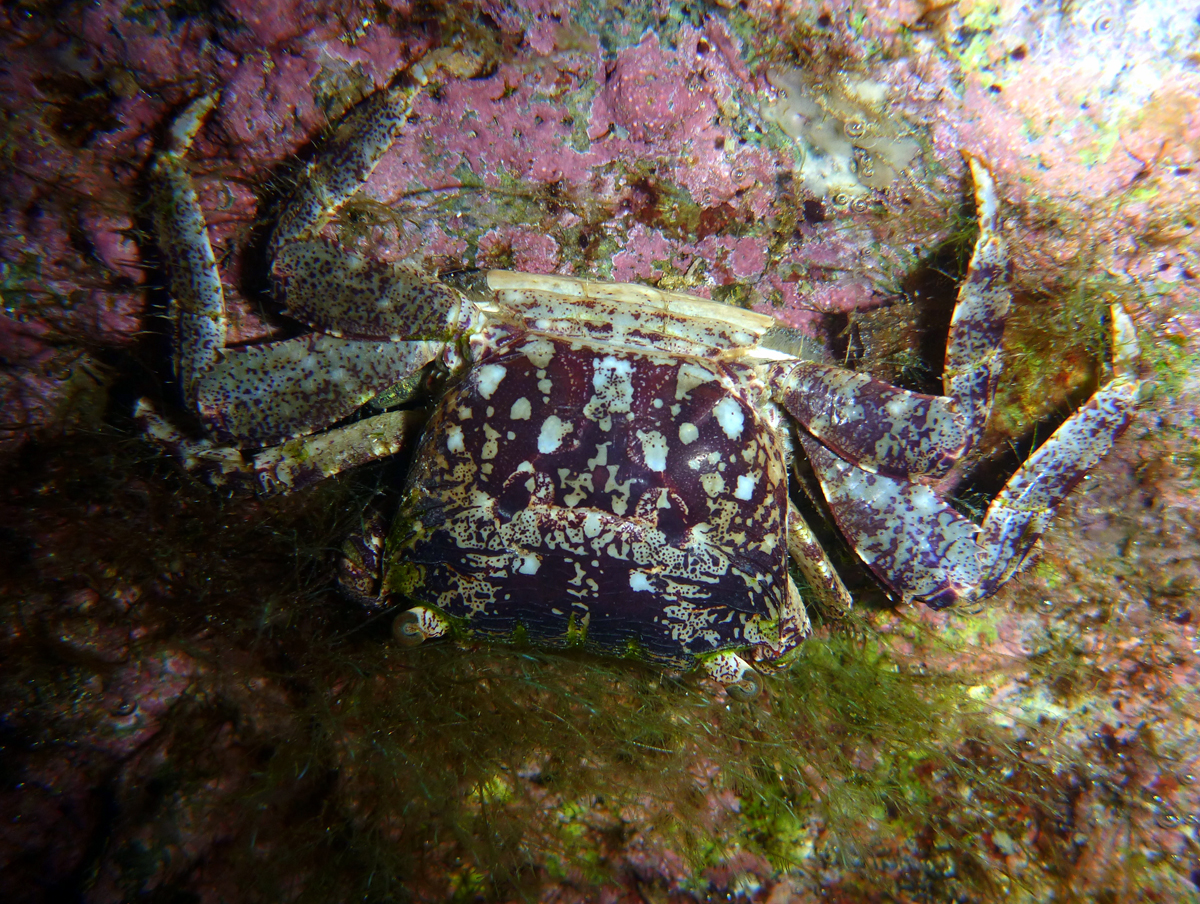
Metopograpsus thukuhar
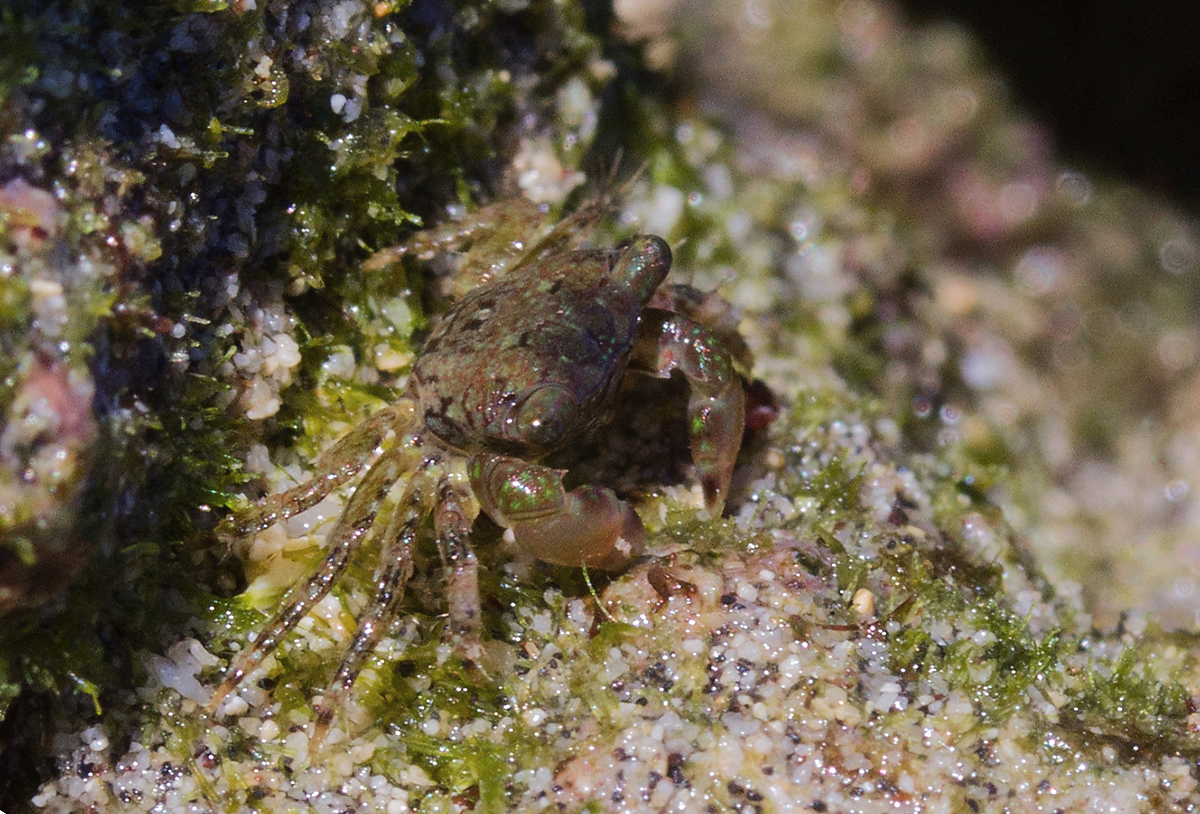
Pachygrapsus minutus
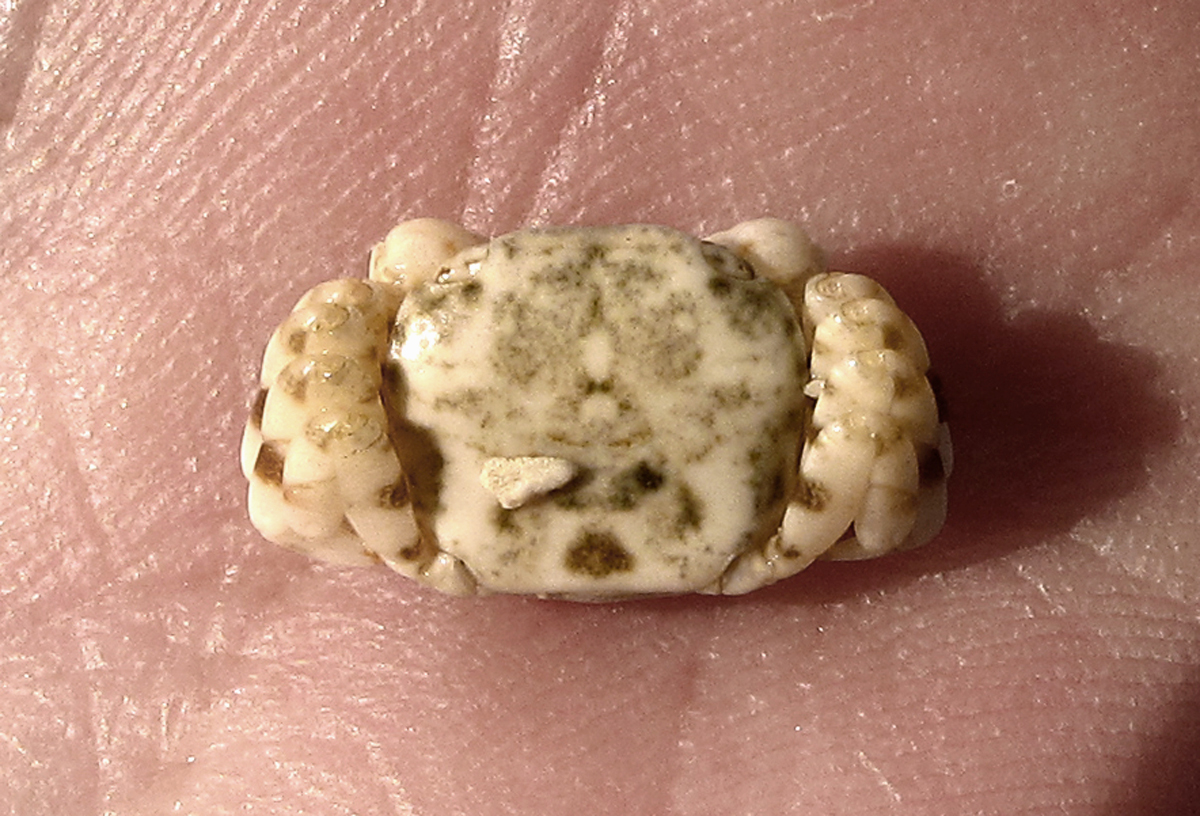
Pseudograpsus albus
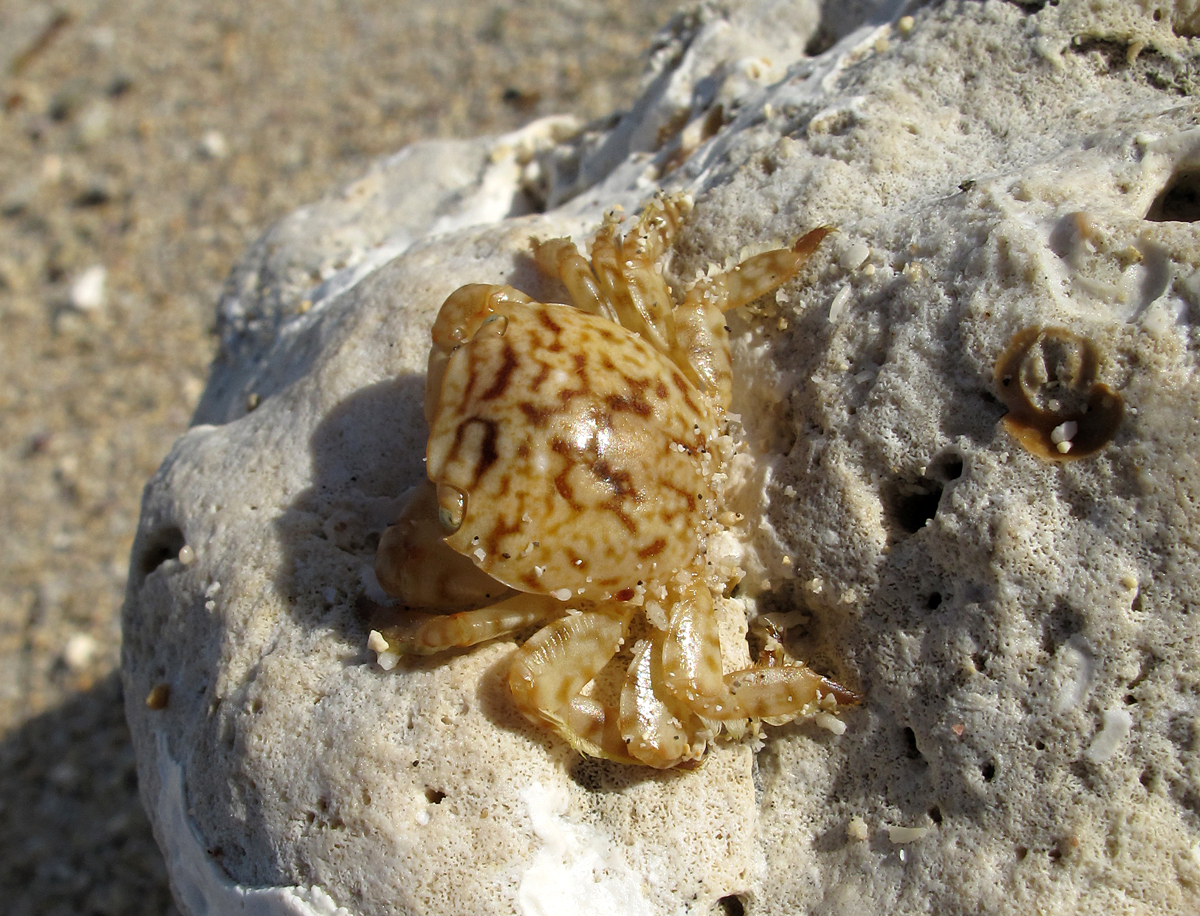
Planes major
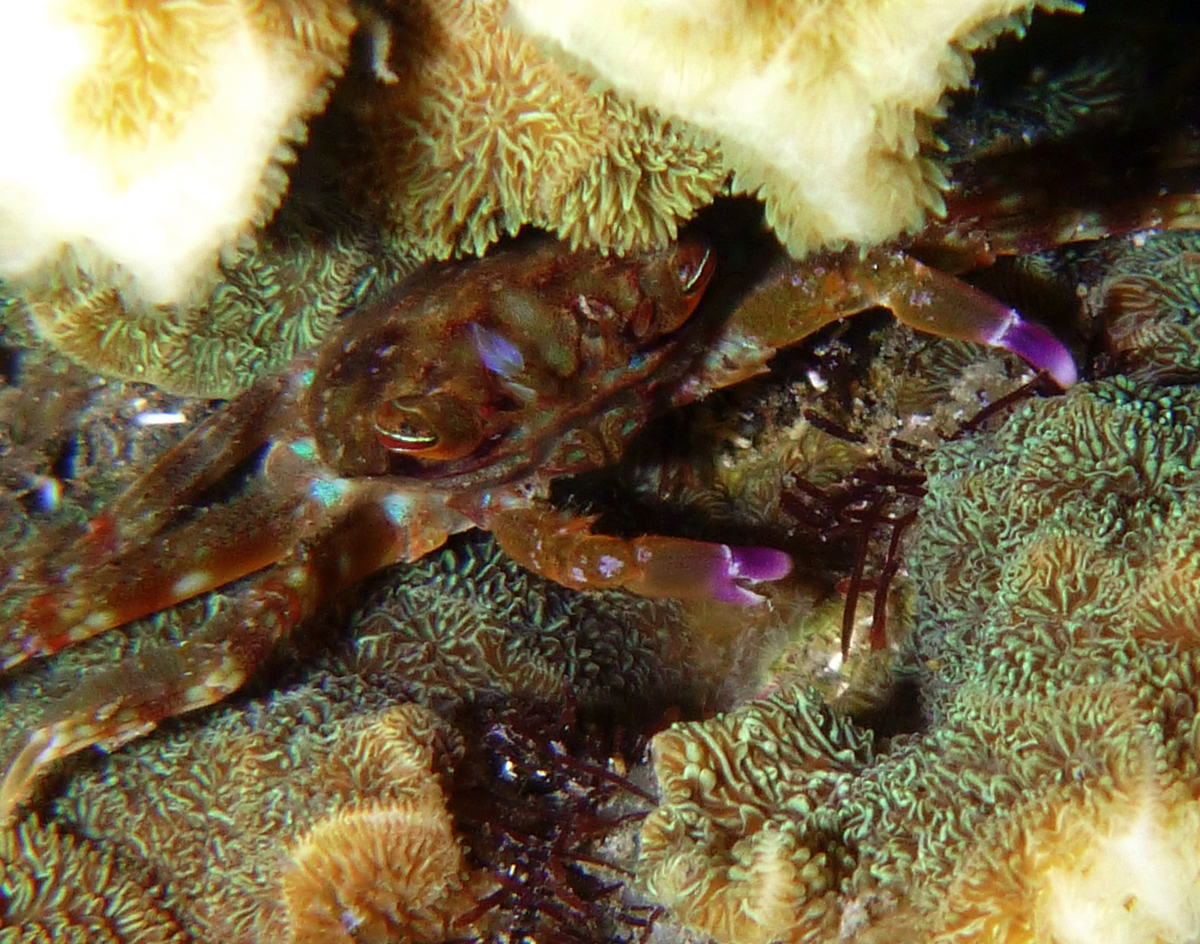
Percnon abbreviatum
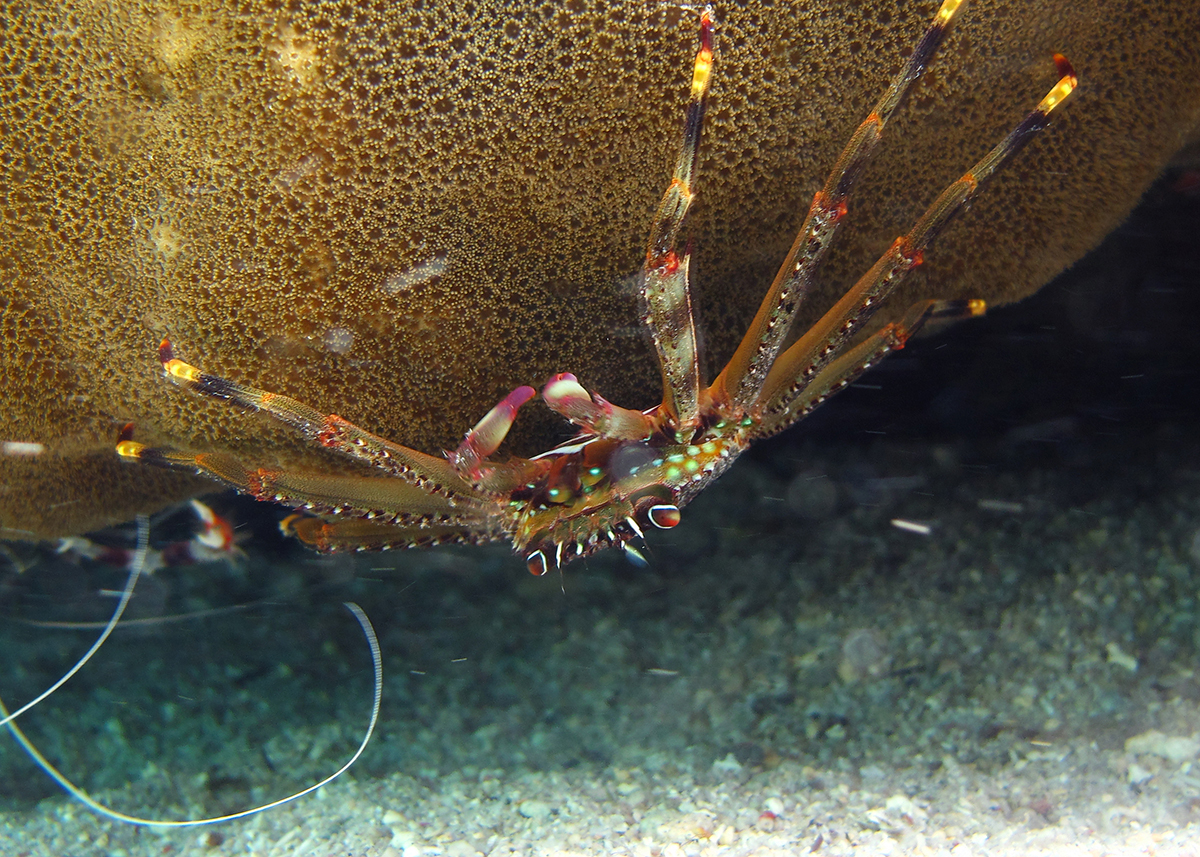
Percnon guinotae
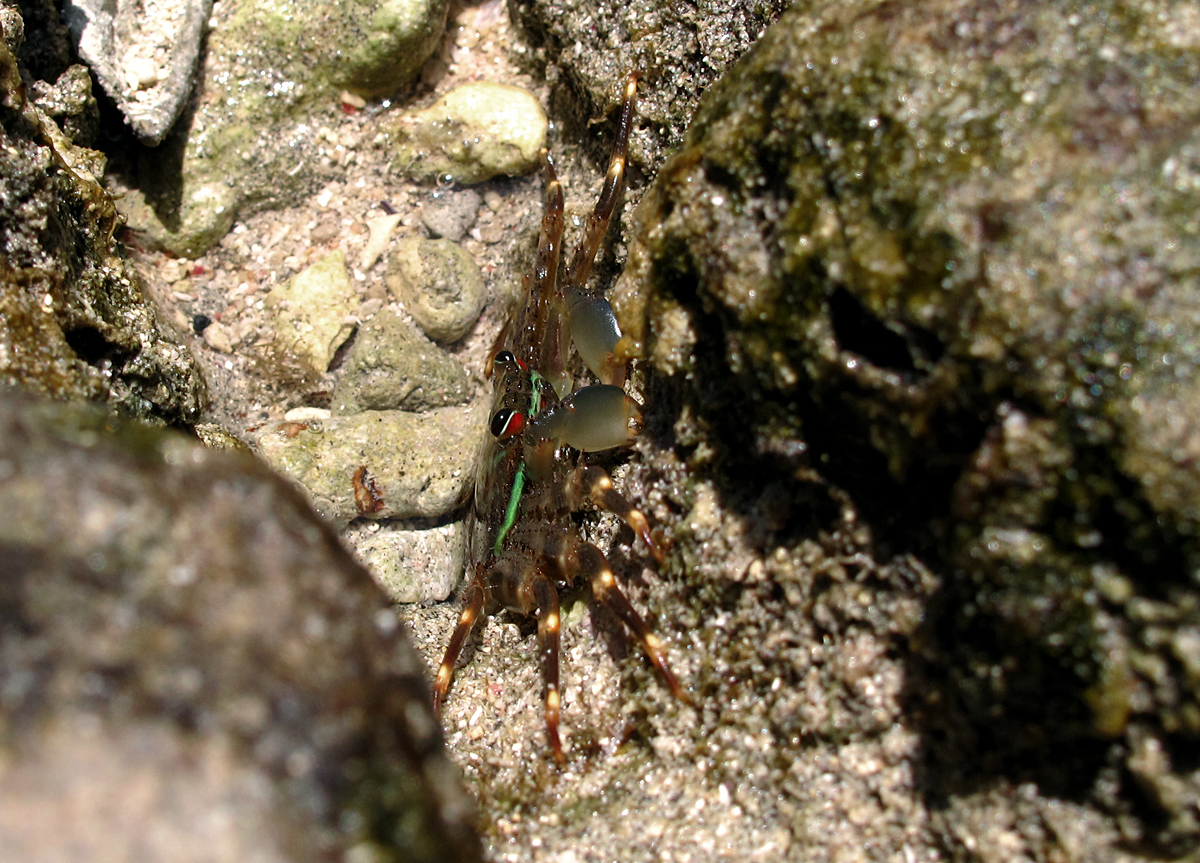
Crabe à oursins (Percnon planissimum)
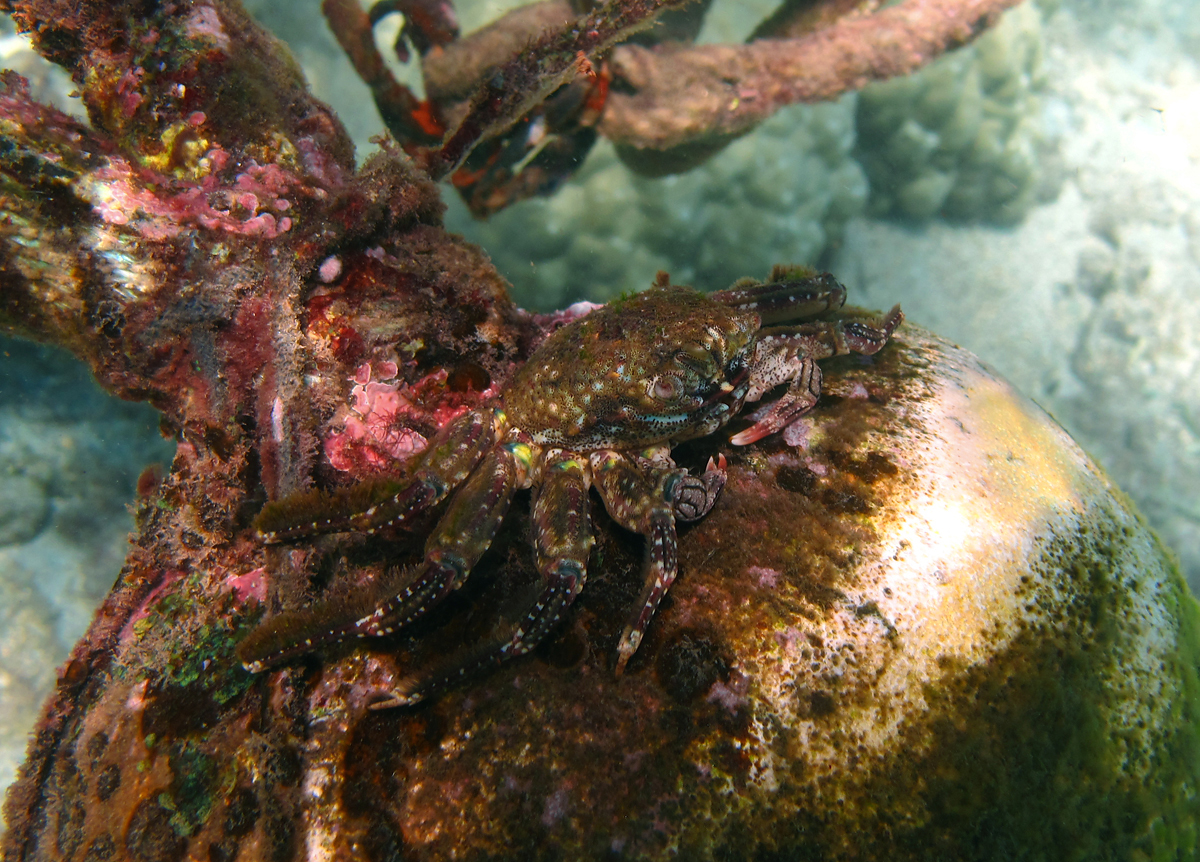
Plagusia immaculata
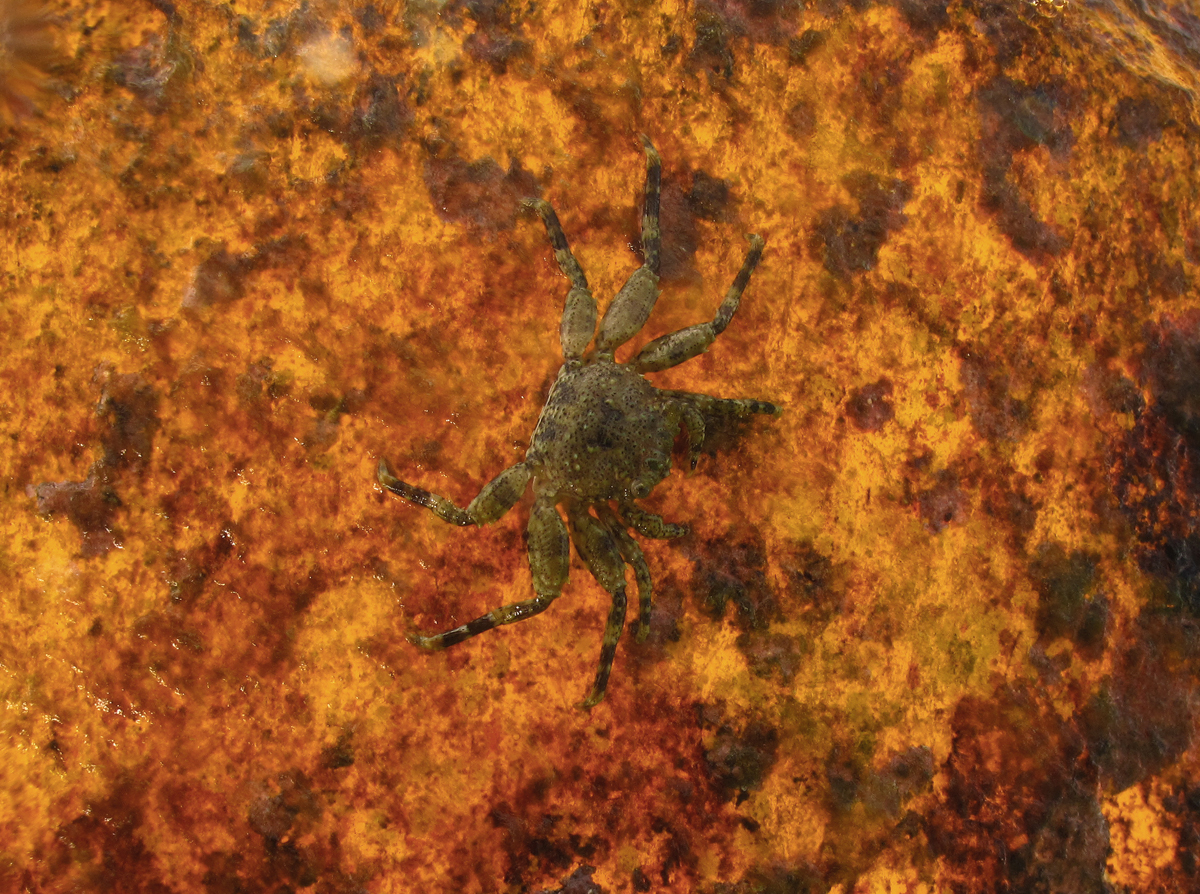
Plagusia squamosa
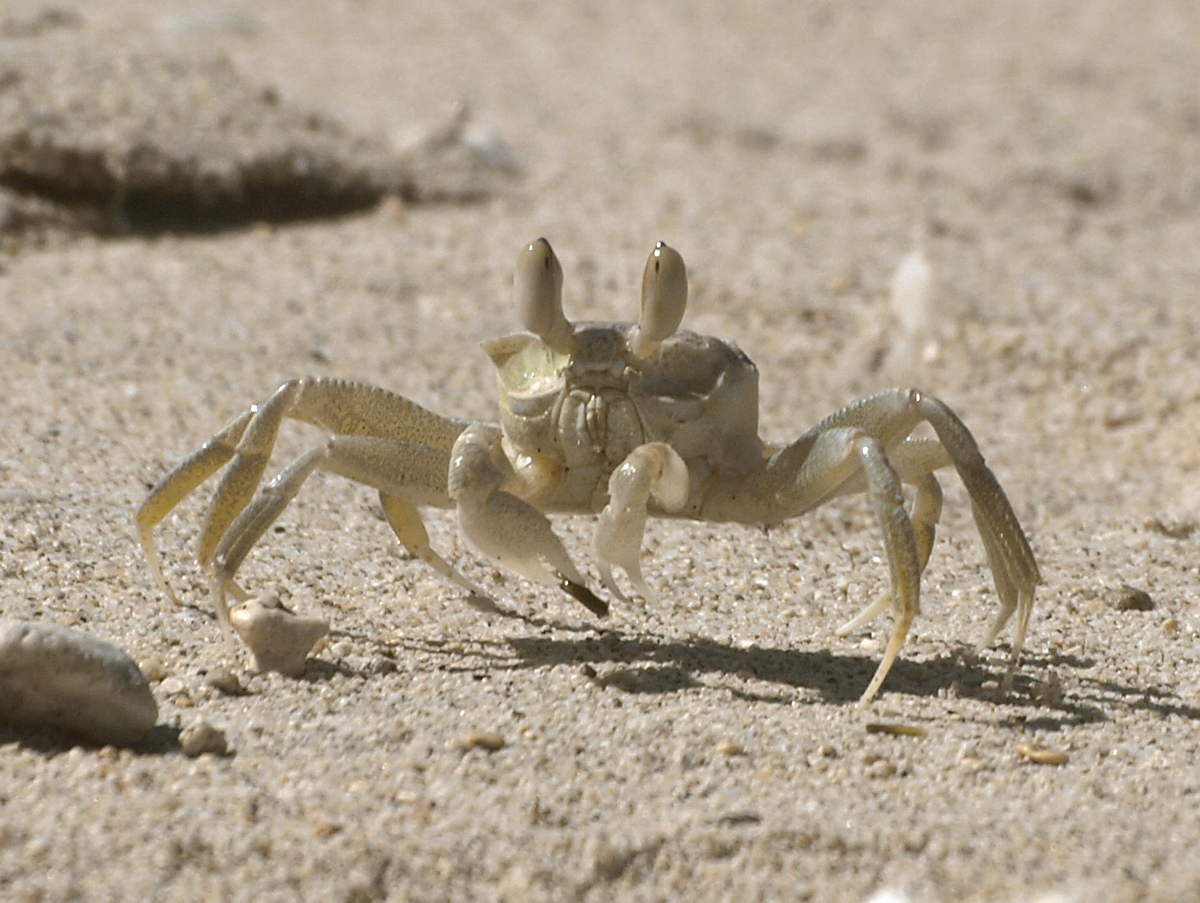
Crabe fantôme juvénile (Ocypode cf. ceratophtalmus)
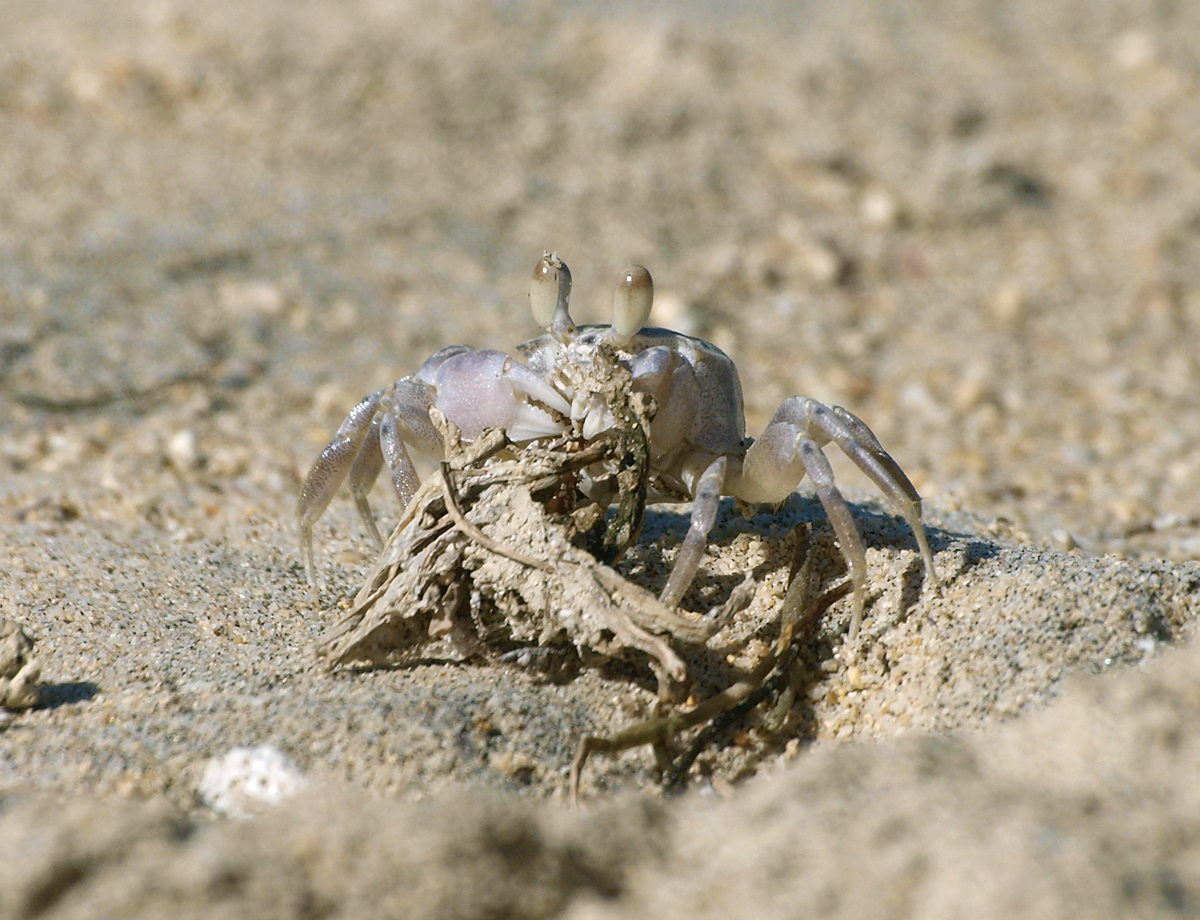
Crabe fantôme pâle (Ocypode pallidula)

Crabes majoïdes

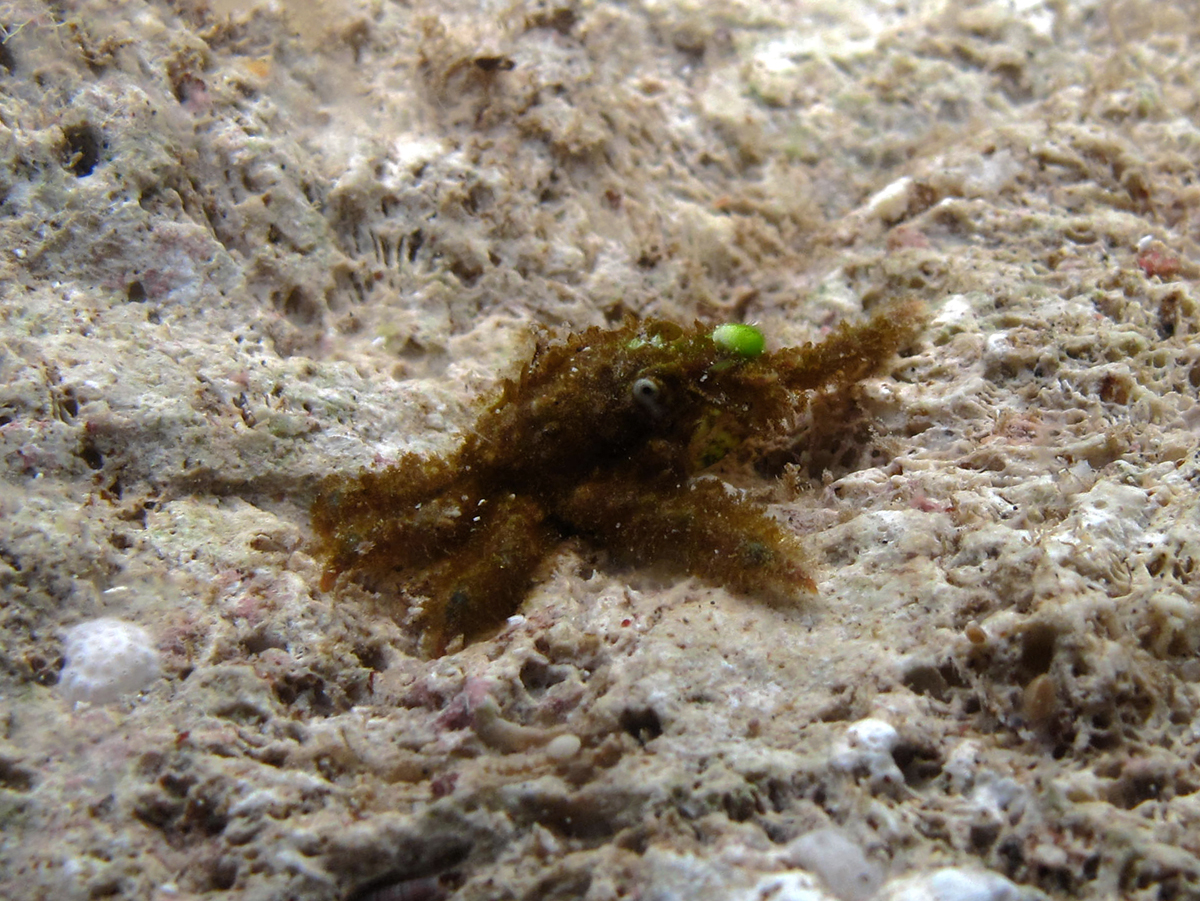
Tylocarcinus styx
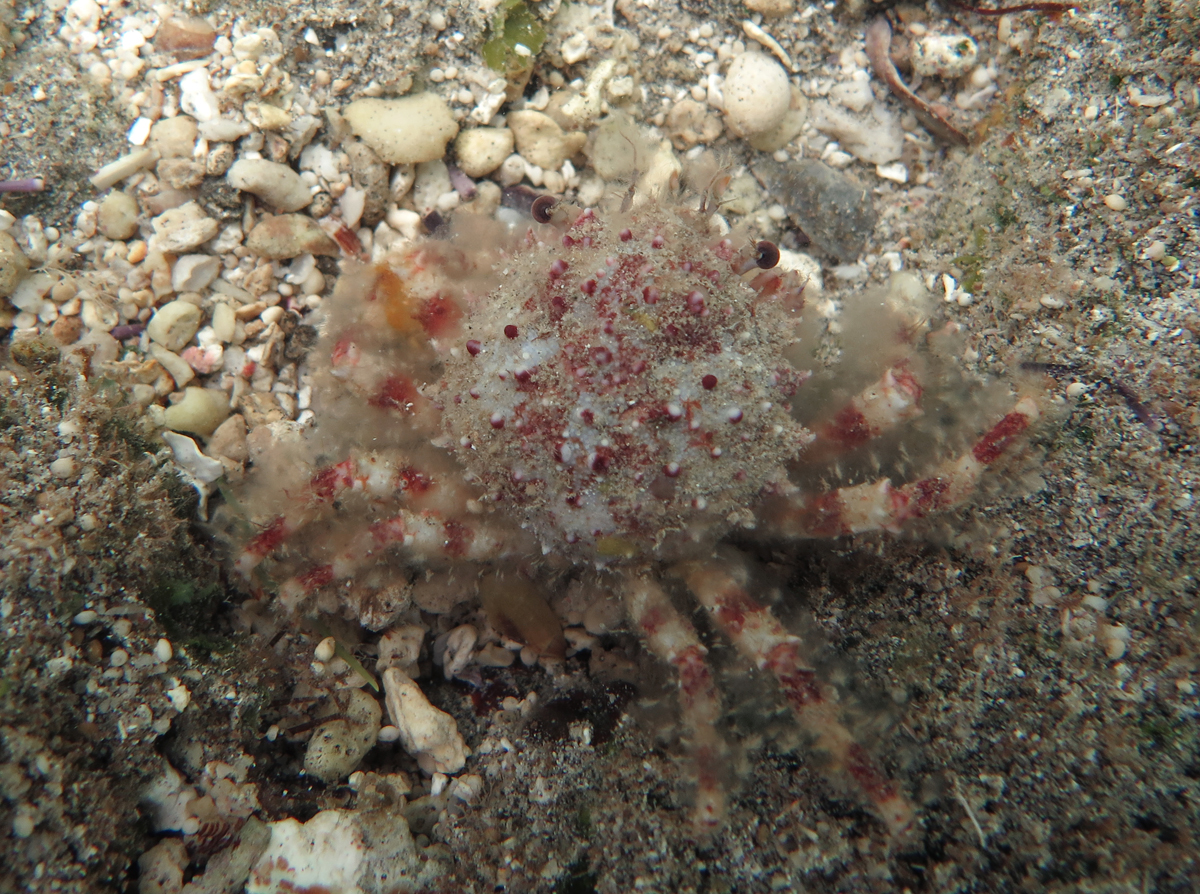
Cyclax suborbicularis
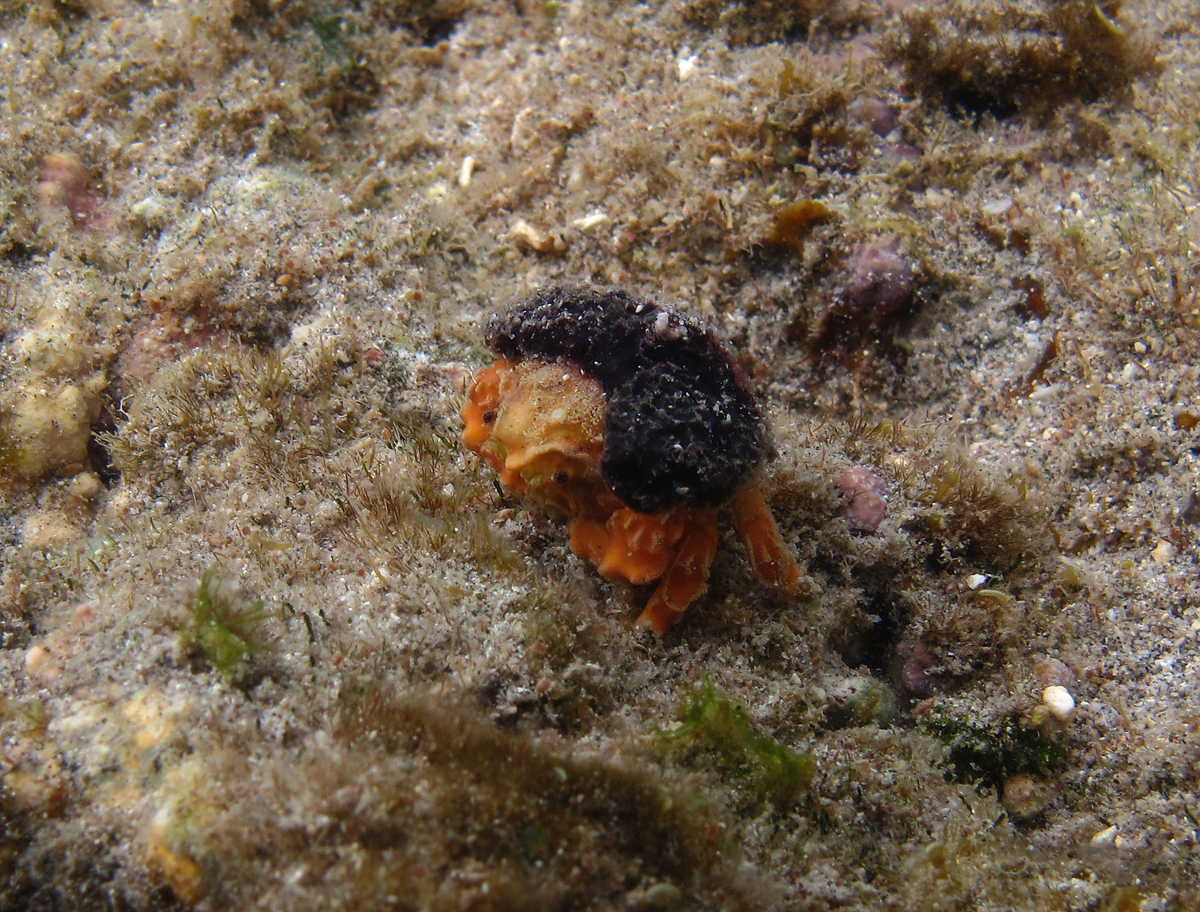
Cryptodromia fallax
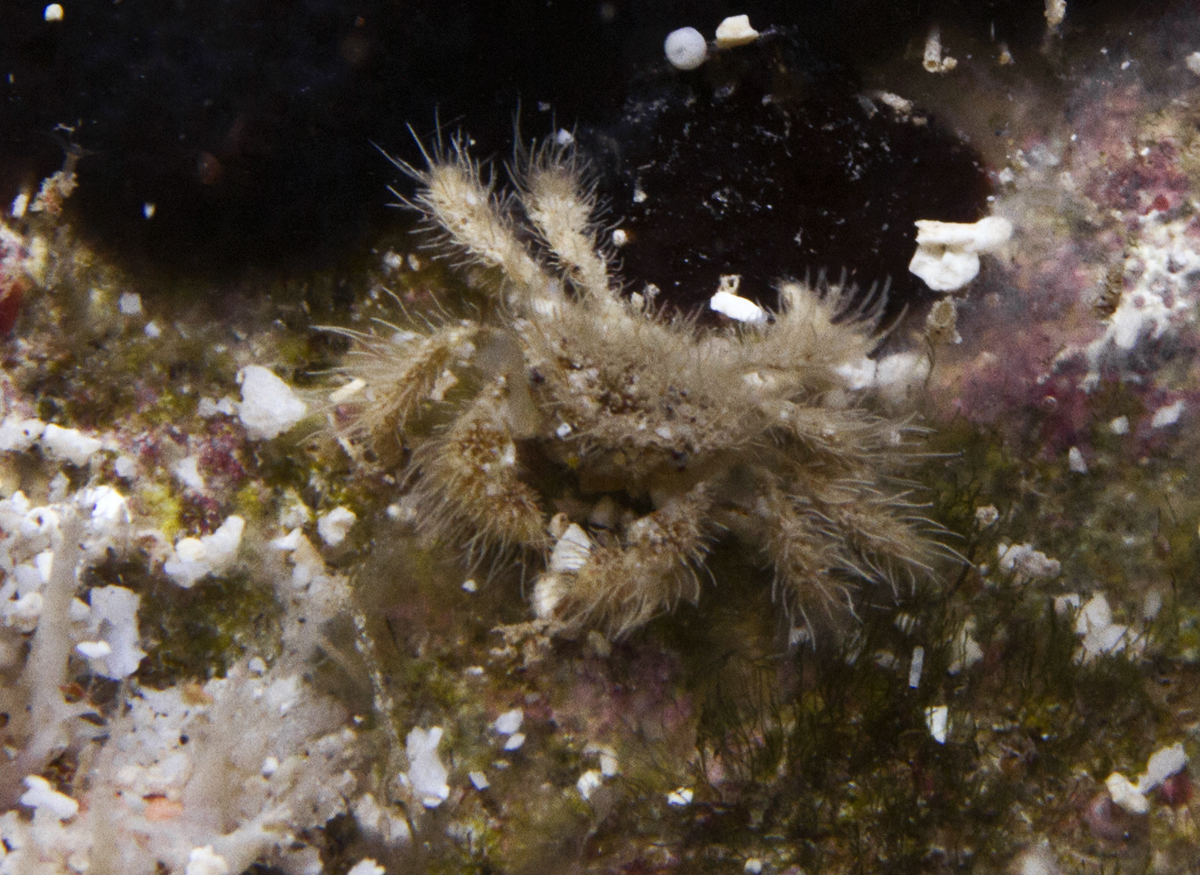
Hirsutodynomene spinosa (juvénile)
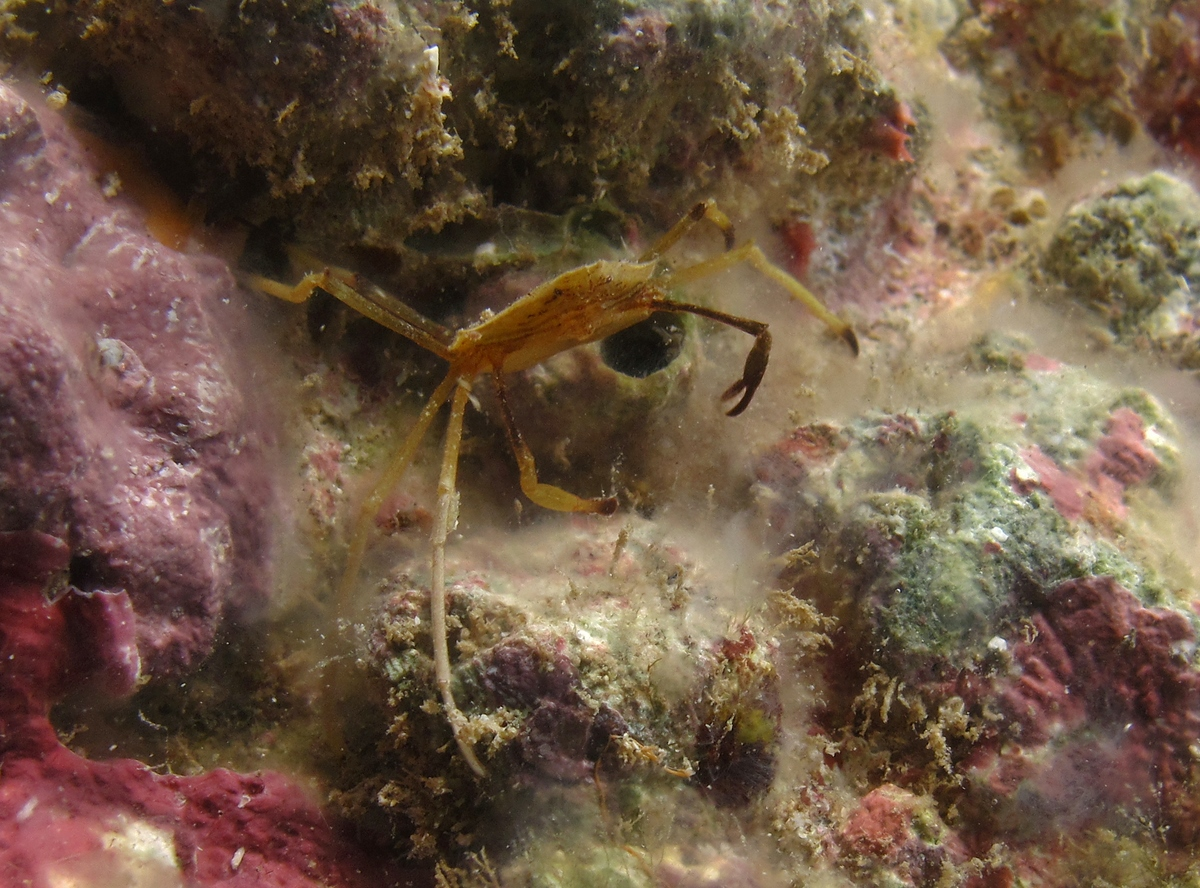
Trigonoplax unguiformis
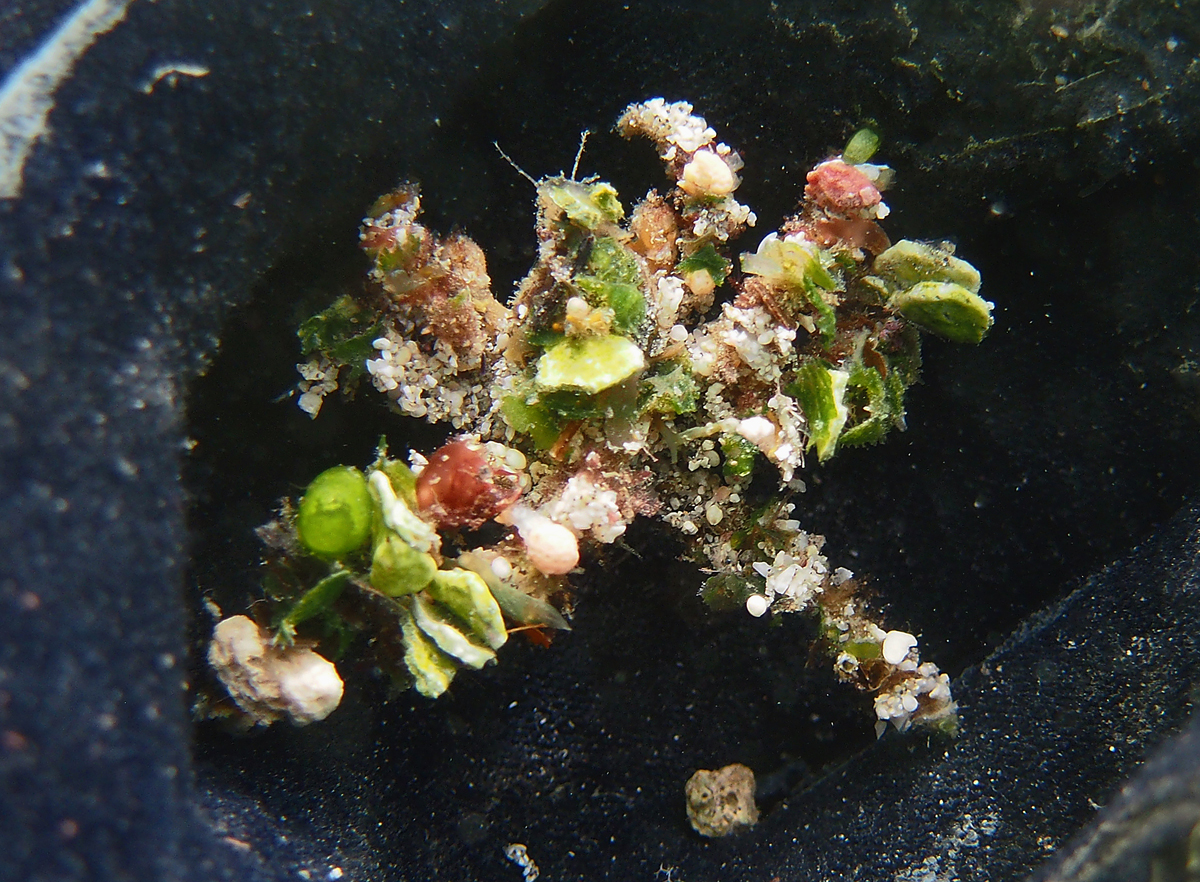
Crabe décorateur (Camposcia retusa)
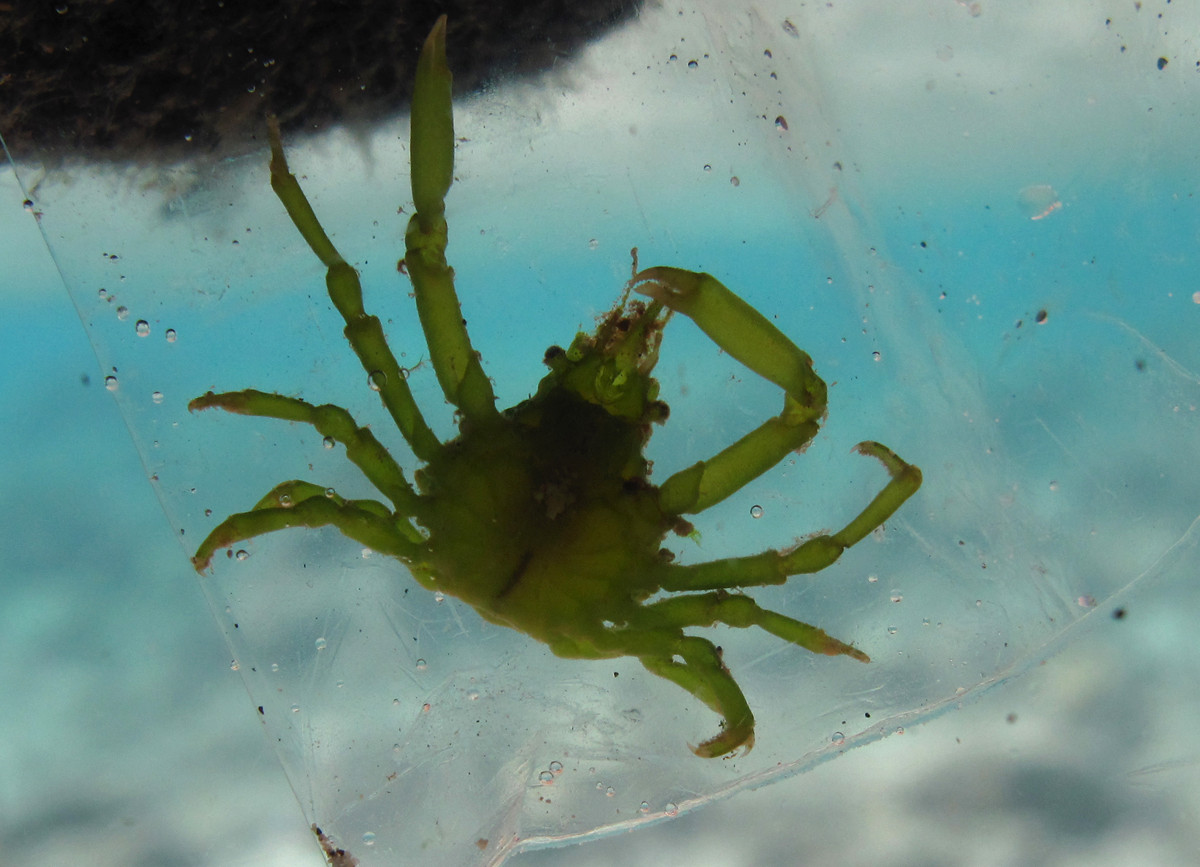
Huenia grandidierii
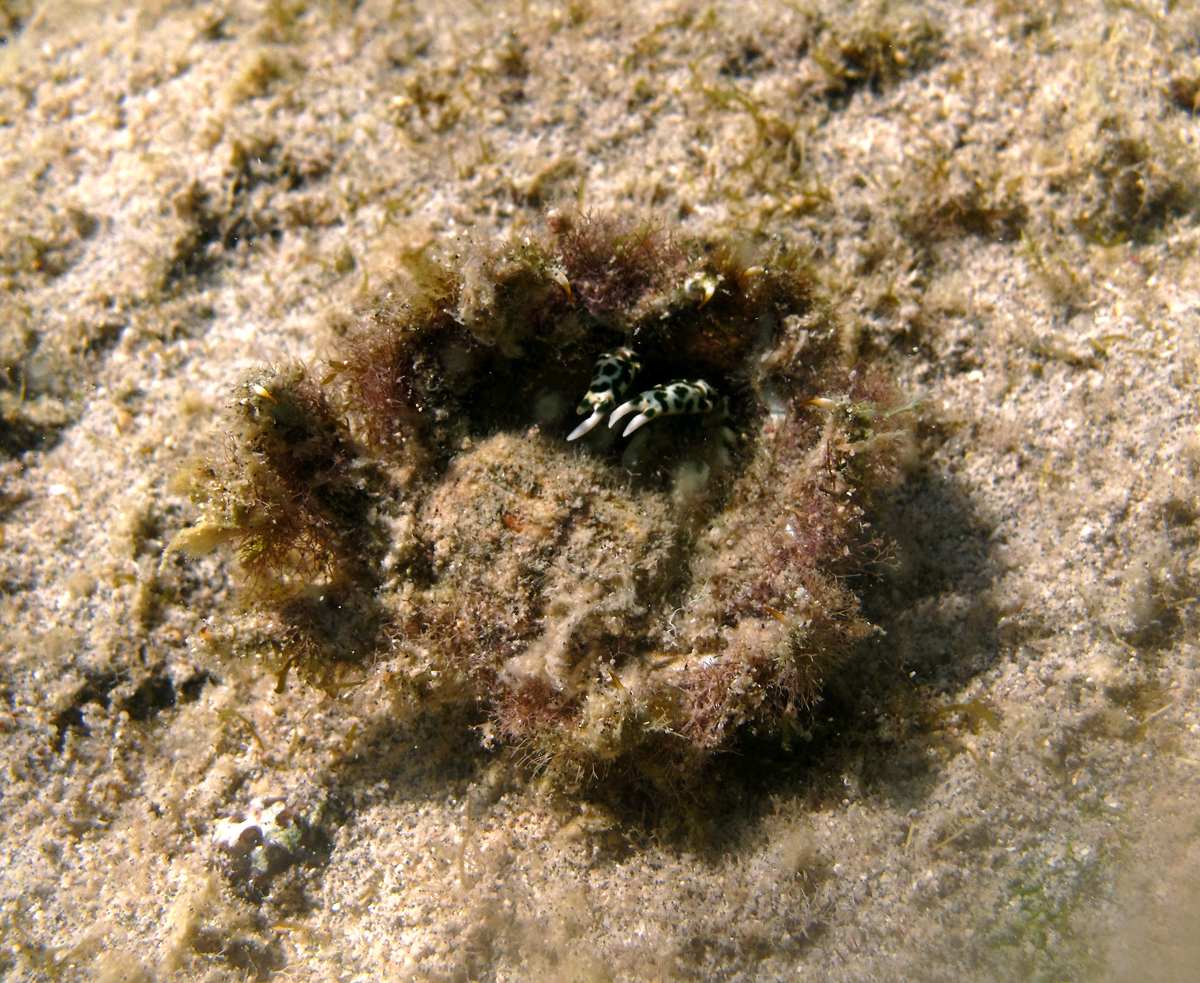
Micippa platipes sur le dos
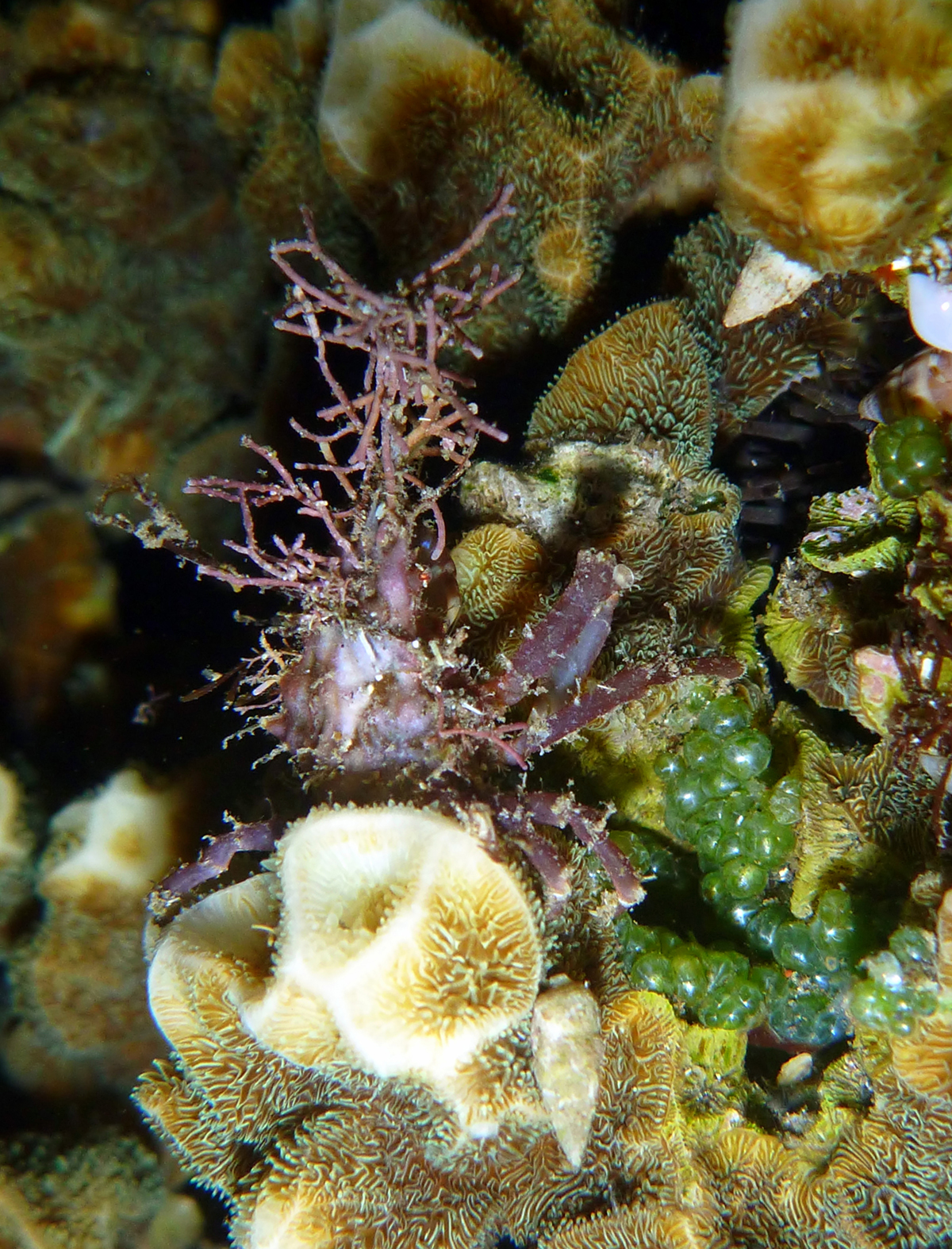
Naxioides taurus?
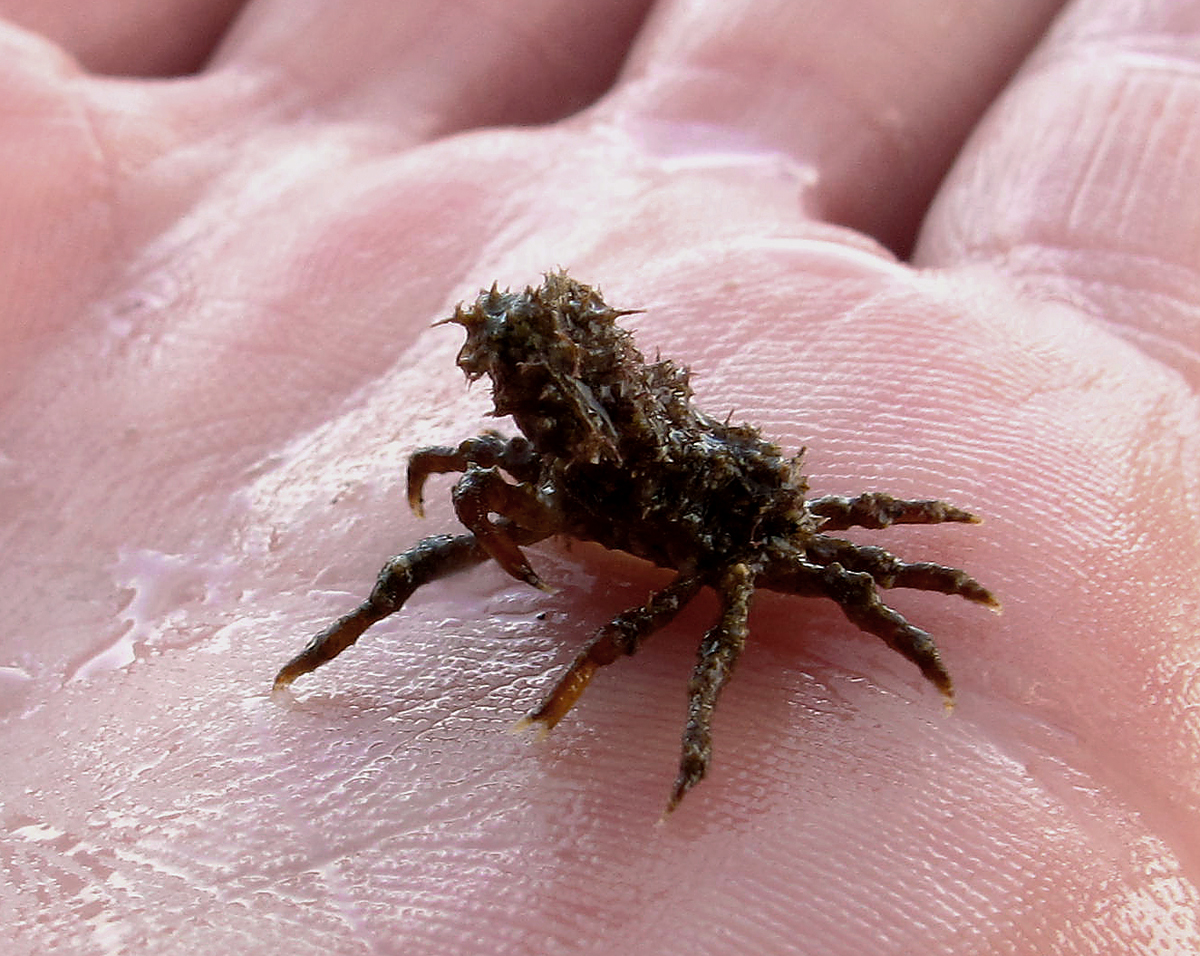
Un crabe majoïde non identifié
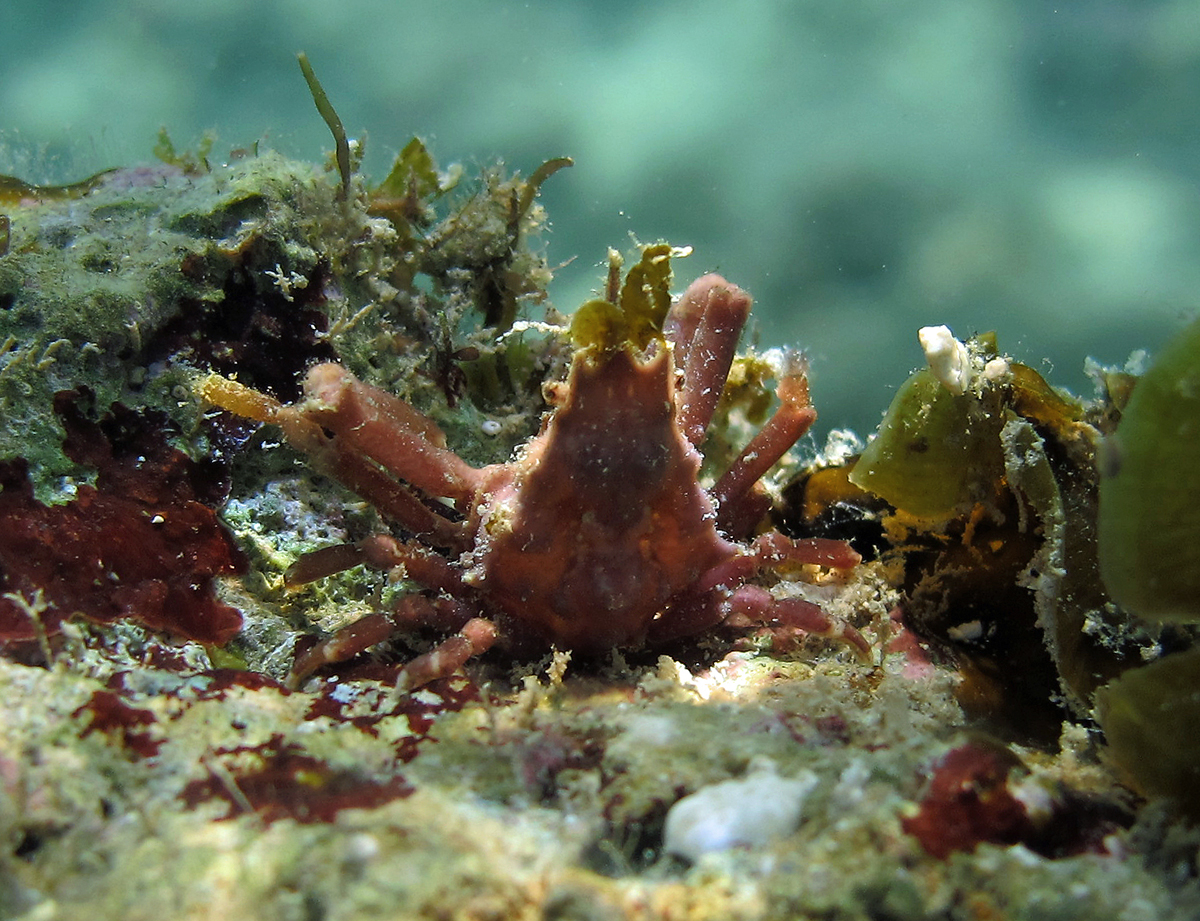
Un crabe majoïde non identifié

### Langoustesetcigales de mer
Langoustes et cigales de mer appartiennent à l'infra-ordre des Achelata (du préfixe privatif grec α- / a-, « sans », et χηλή / khēlḗ « pince »). Les langoustes sont donc des décapodes sans pinces, appartenant pour l’essentiel à la famille des Palinuridae. Leur pêche est réglementée à La Réunion, mais elles sont victimes du braconnage. 14 espèces de langoustes (au sens large) ont été recensées dans les eaux de l’île en 2008. Les langoustes sont présentes dans le lagon mais elles sont rarement visibles, parce qu’elles ne sortent de leur abri que la nuit.
Les cigales de mer appartiennent à la famille des Scyllaridae, elles sont caractérisées par l’absence de pinces, une morphologie aplatie et de courtes antennes composées de plusieurs articles en feuillets. Le groupe vernaculaire des « langoustes » (« vraies » et « fausses ») englobe aussi l'infra-ordre des Axiidea, un groupe distinct des Achelata au sein du sous-ordre des Pleocyemata, pourvu de longues pinces.
14 espèces de langoustes (au sens large) ont été recensées dans les eaux de l'île en 2008.

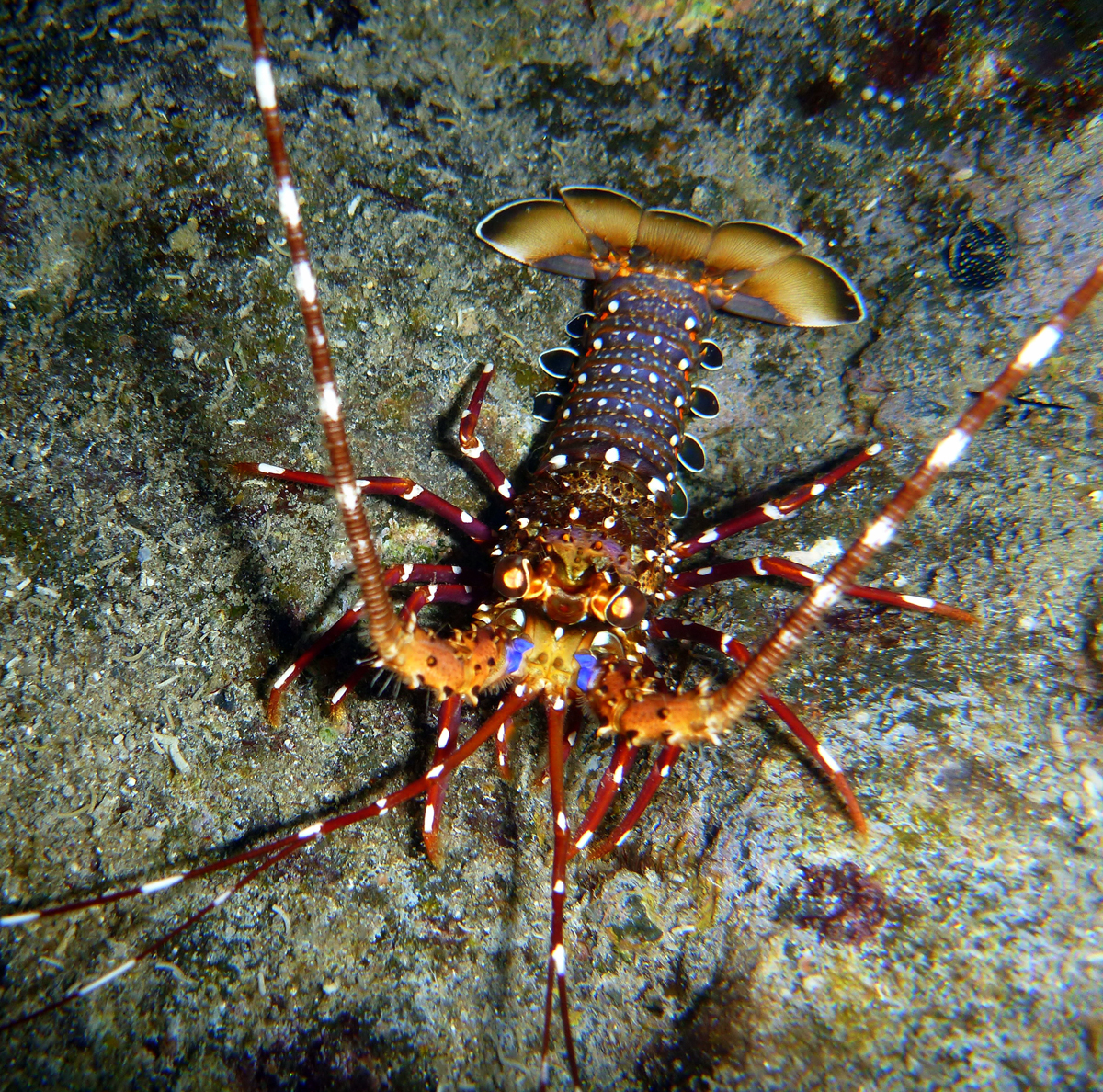
Langouste à grande pattes (Panulirus longipes)
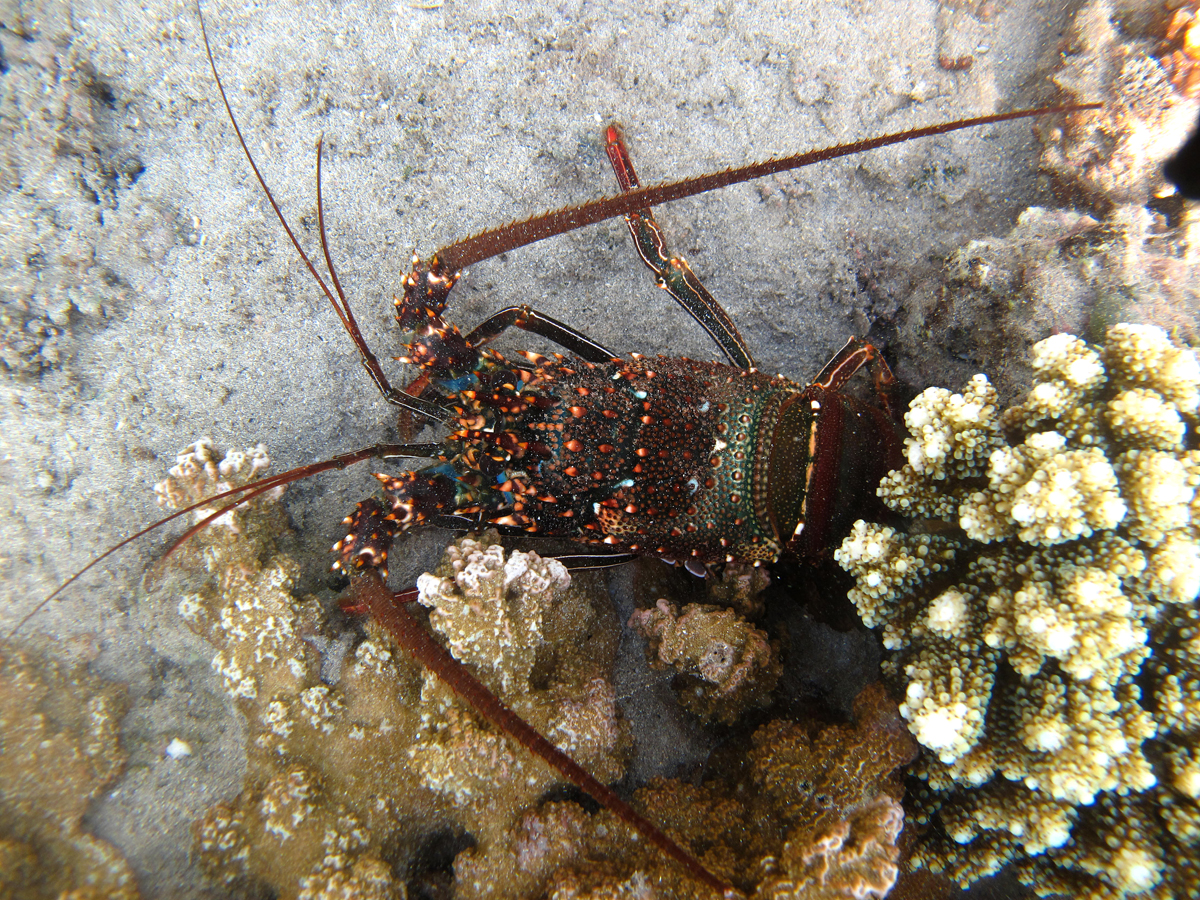
Langouste fourchette (Panulirus penicillatus)
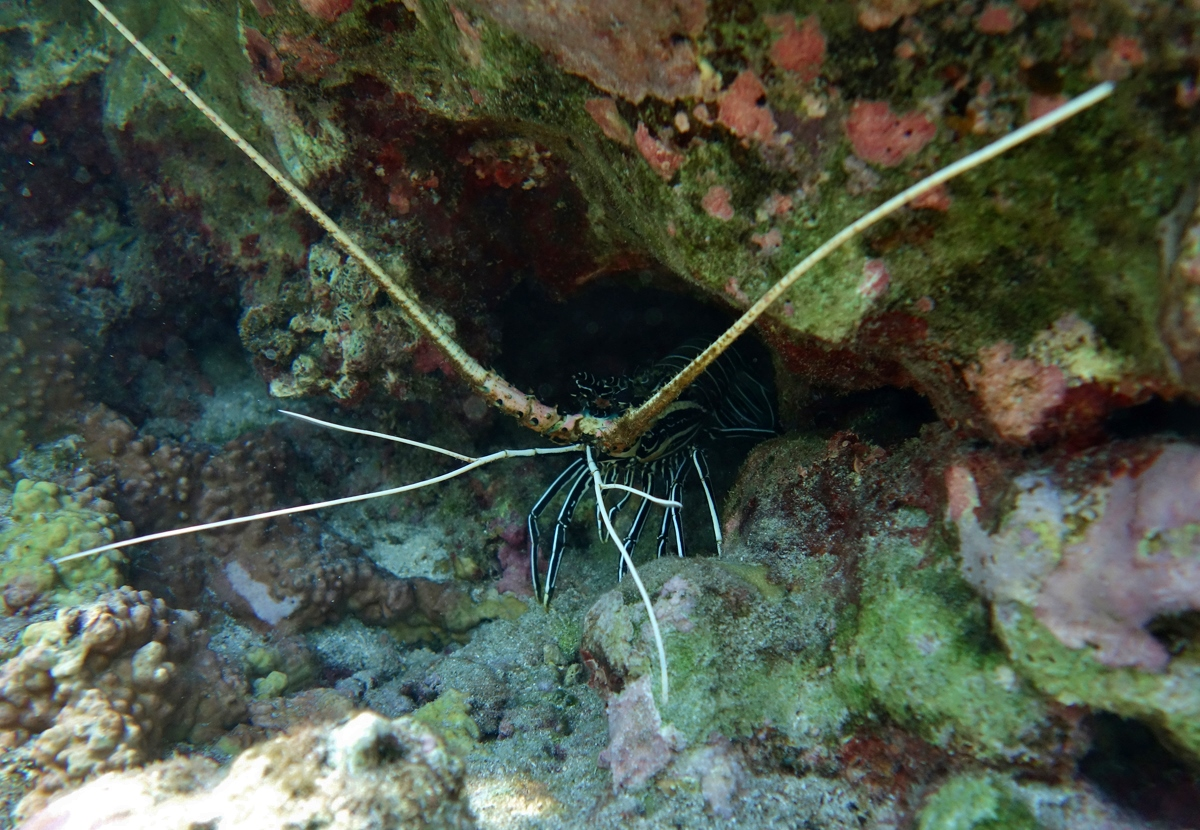
Une langouste peinte (Panulirus versicolor)
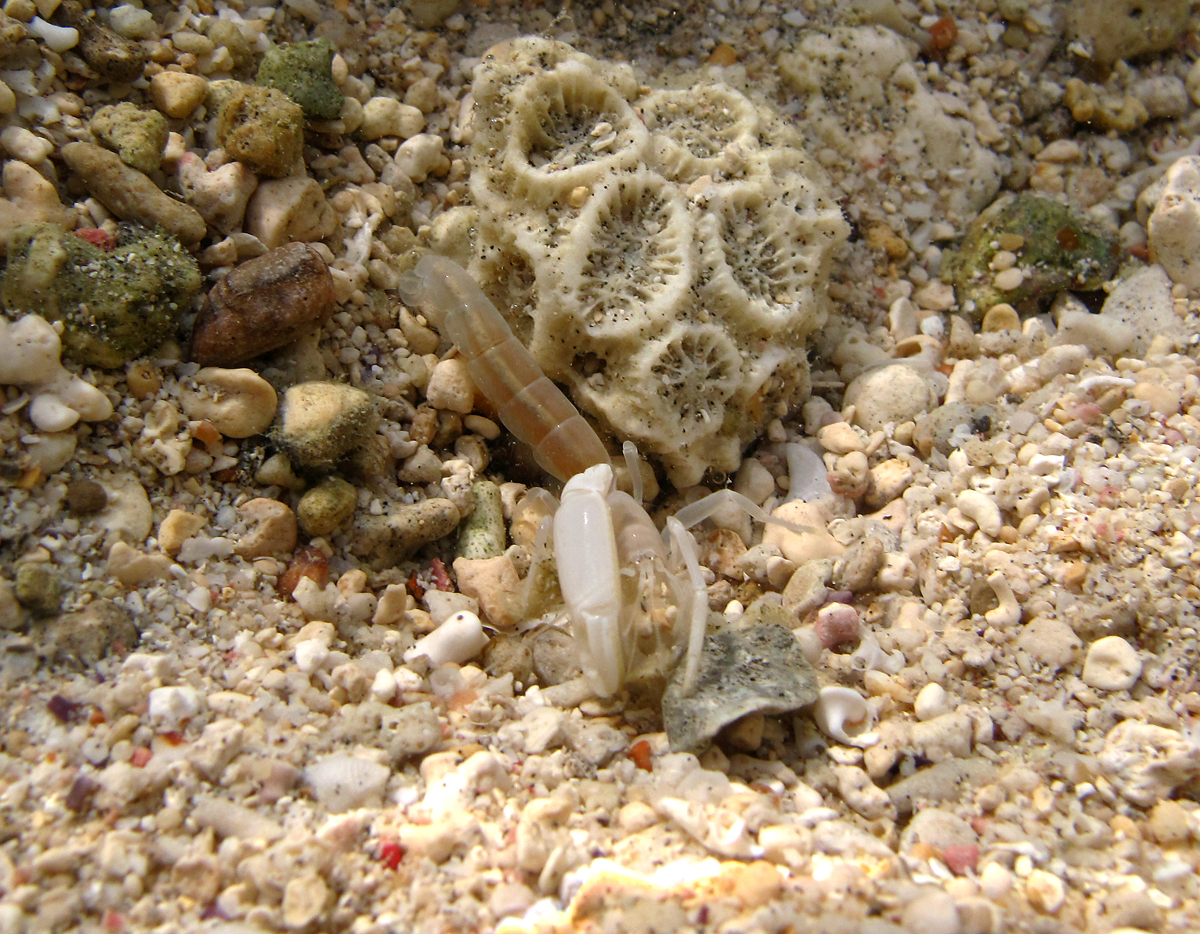
Callianidea typa
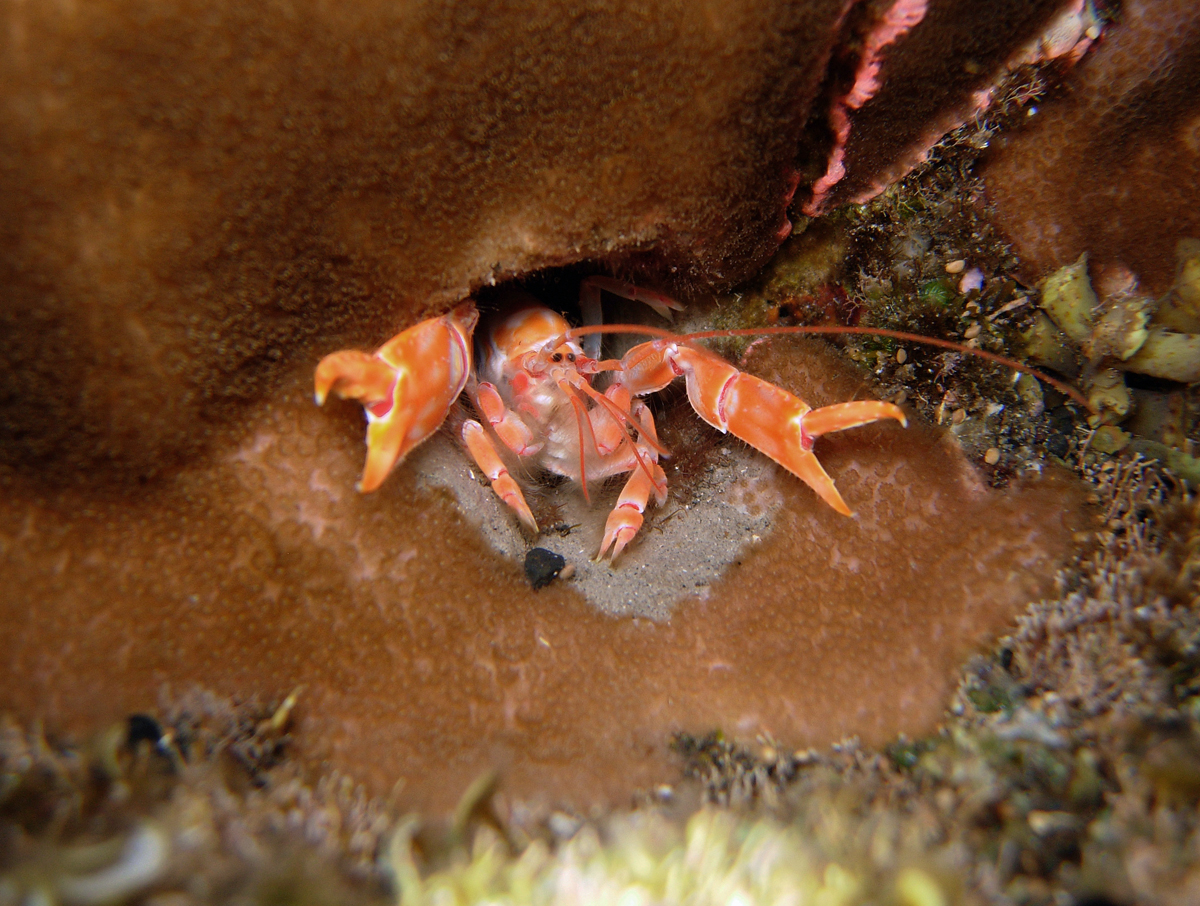
Neaxius acanthus
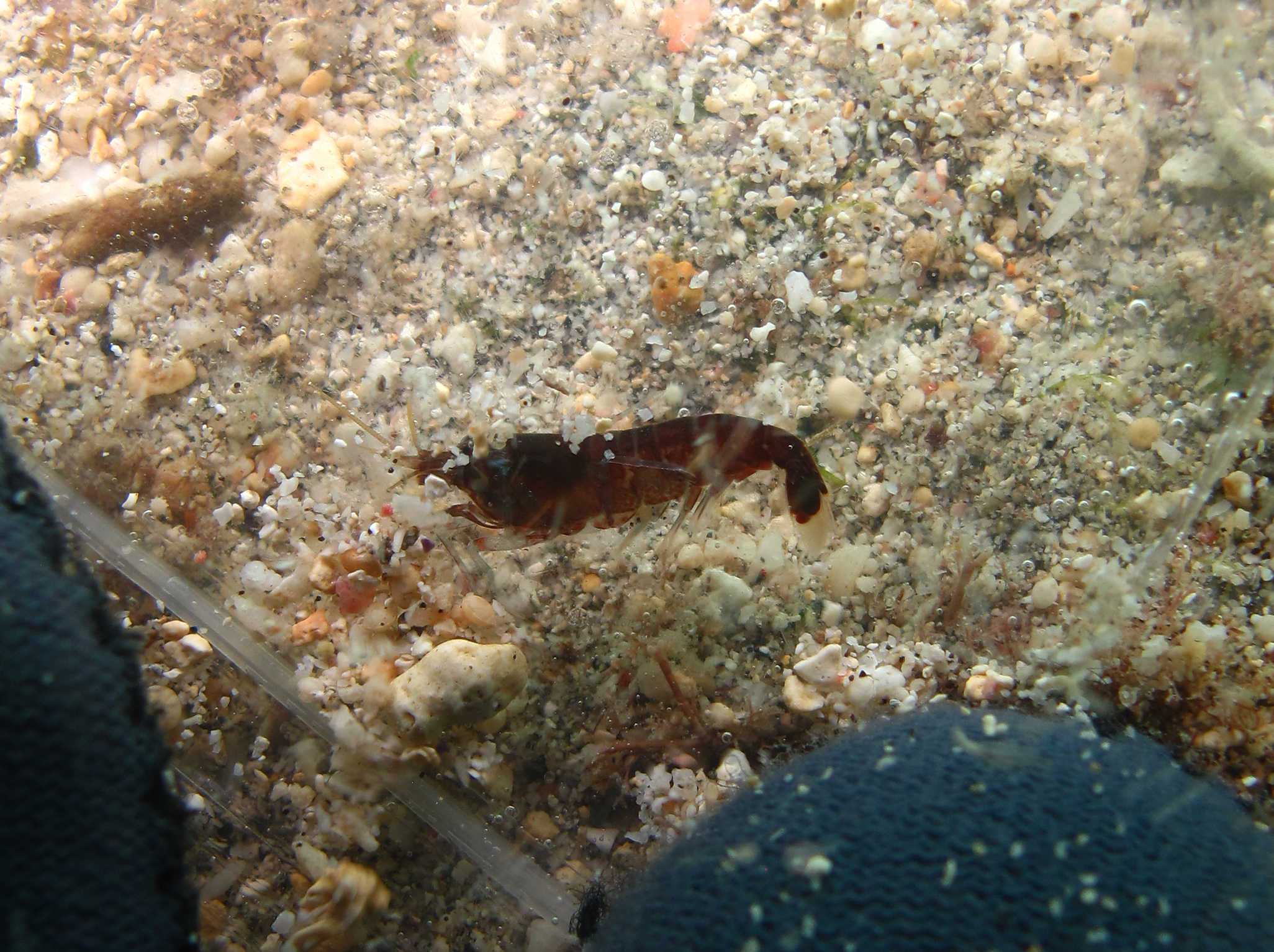
Axiopsis consobrina?
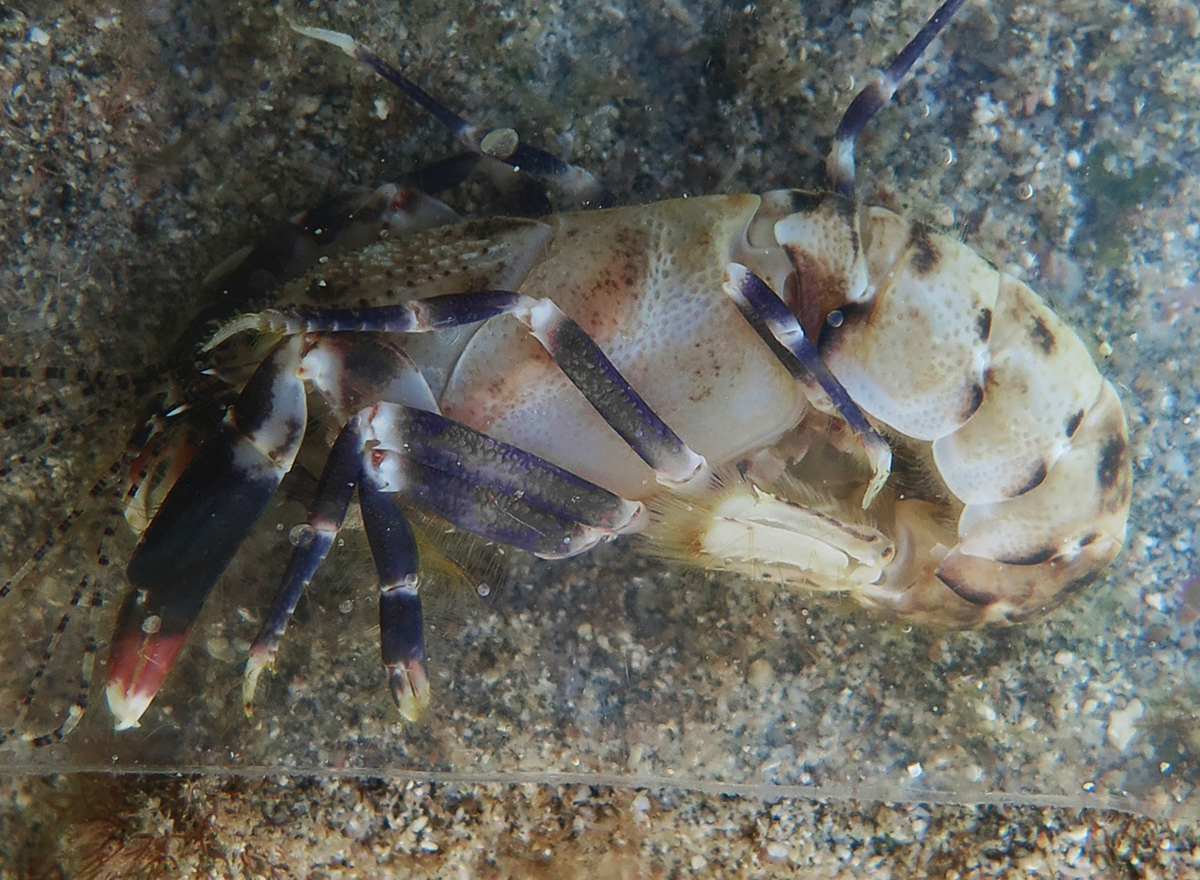
Axiopsis pica
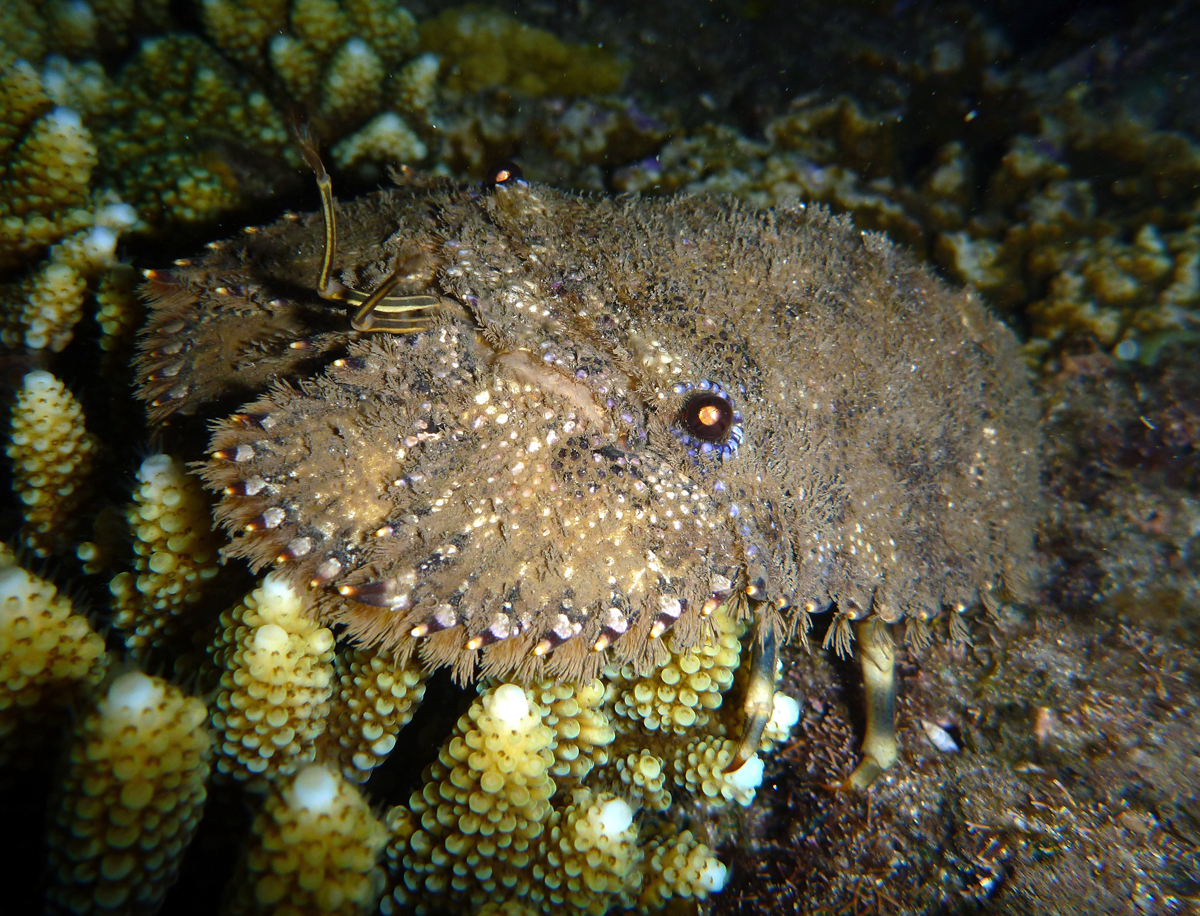
Une cigale de mer « savate » (Parribacus antarcticus)

### «Anomoures»:Pagures,Galathéesetcrabes porcelaines
Les anomoures appartiennent à l'infra-ordre des Anomura (du grec ἀνόμοιος / anómoios, « dissemblable, différent », et οὐρά / ourá, « queue »). Ce sont des crustacés caractérisés par l'atrophie de la cinquième paire de pattes, utilisée pour le nettoyage des branchies. Ils comprennent les pagures (ou « bernard-l'ermite »), les galathées, les crabes porcelaine, les crabes royaux et quelques autres groupes plus anecdotiques. 60 espèces d'anomoures ont été recensées à La Réunion en 2008.
Les pagures, ou bernard-l’ermite, habitent en permanence dans une coquille vide de gastéropode qu’ils abandonnent pour une autre plus grande quand leur croissance l’exige. Leur abdomen, mou et asymétrique, est spiralé pour pouvoir se loger dans les coquilles. La nécessité et le danger de changer de coquille provoquent un comportement social appelé « chaîne de vacances » : de nombreux pagures de taille différente se réunissent autour d’une coquille vide adaptée à la croissance du plus gros d’entre eux, et chacun passe ensuite dans la coquille de l’autre, la plus petite restant vide. Plusieurs espèces sont en association symbiotique avec des anémones. Un inventaire provisoire établi en 2008 a recensé 32 espèces de bernard l’ermite à La Réunion.
Les galathées ressemblent à de petites langoustes dont le céphalothorax serait disproportionné par rapport à l'abdomen, qui est presque toujours replié. Elles possèdent de longues pinces la plupart du temps très fines. Les crabes porcelaine ressemblent à de petits crabes au corps et aux pinces plats dont l'abdomen ne serait pas complètement replié sous la carapace. Ils peuvent être associés aux anémones et aux éponges. 18 espèces de galathées et 8 espèces de crabes porcelaine ont été recensés à La Réunion en 2008.

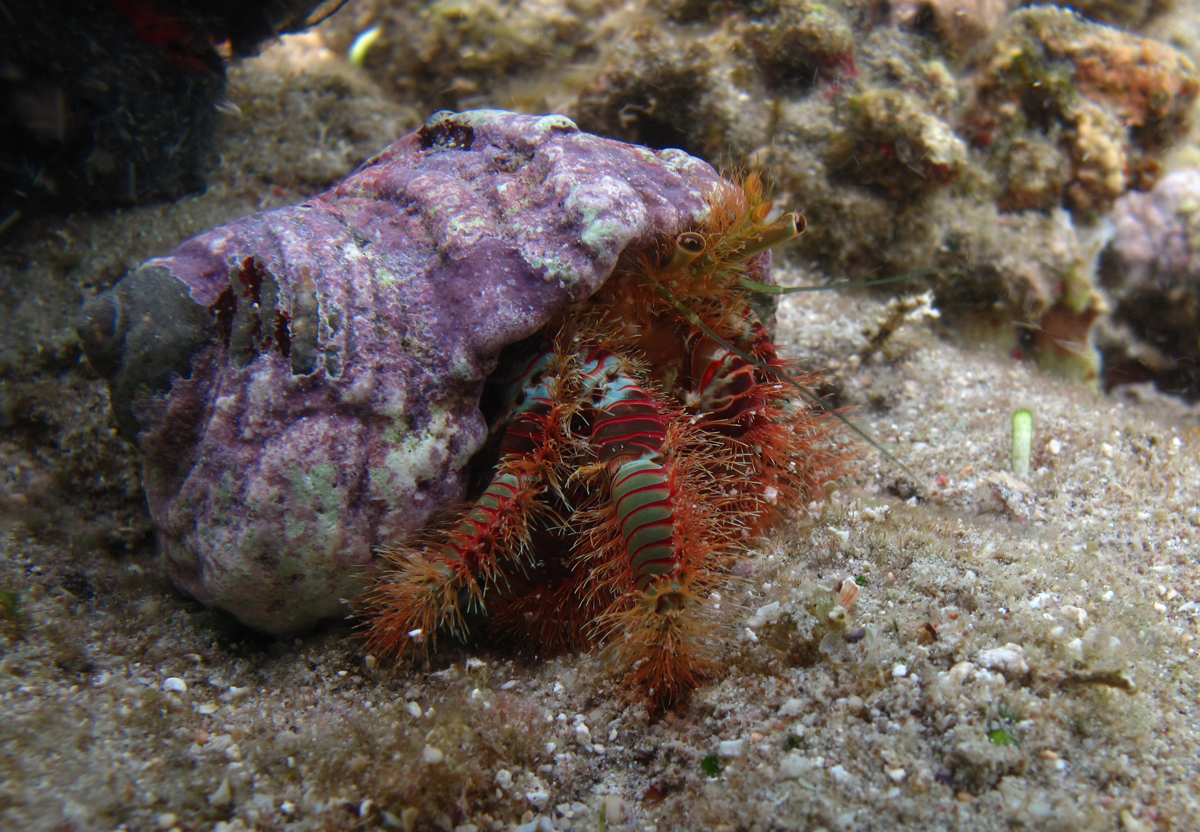
Bernard-l'ermite (Aniculus ursus)
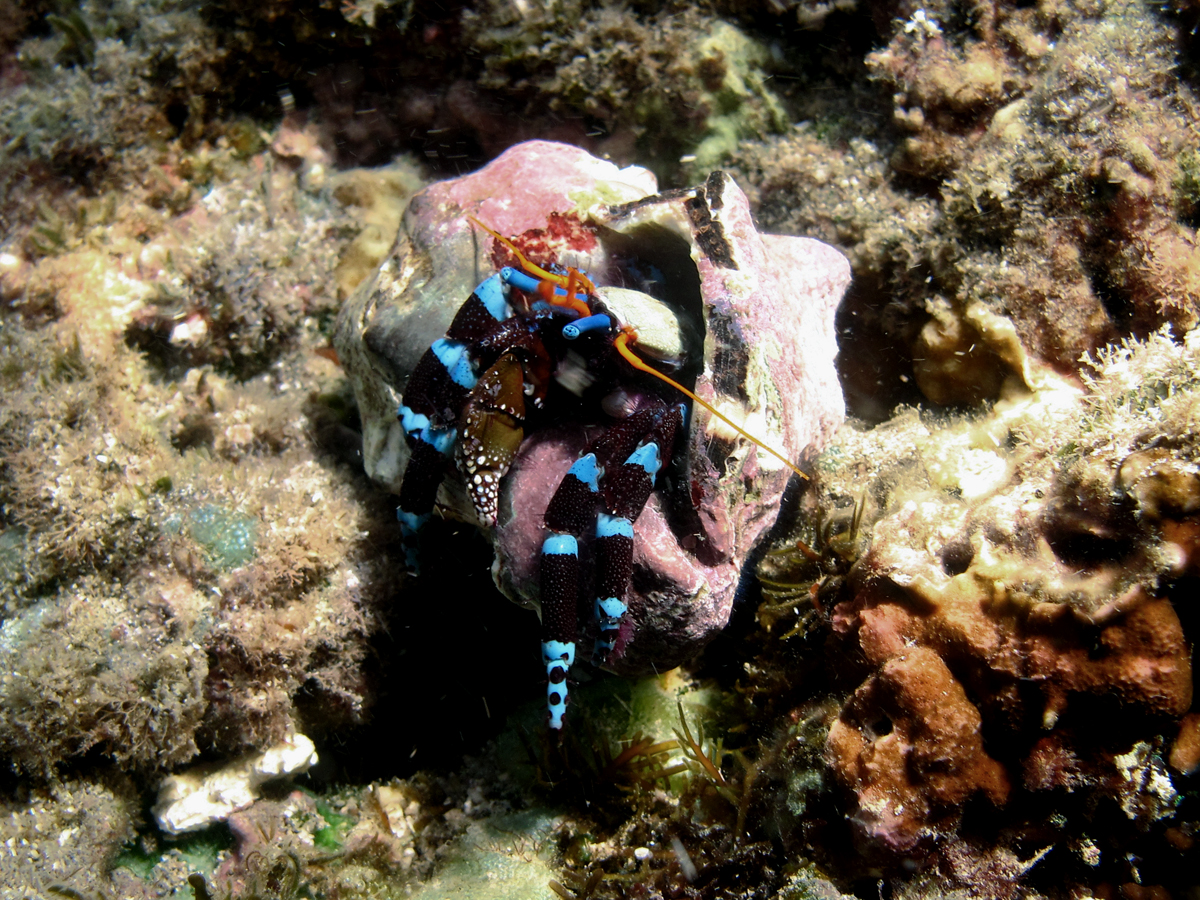
Pagure élégant ou bernard-l'ermite à pattes bleues (Calcinus elegans)
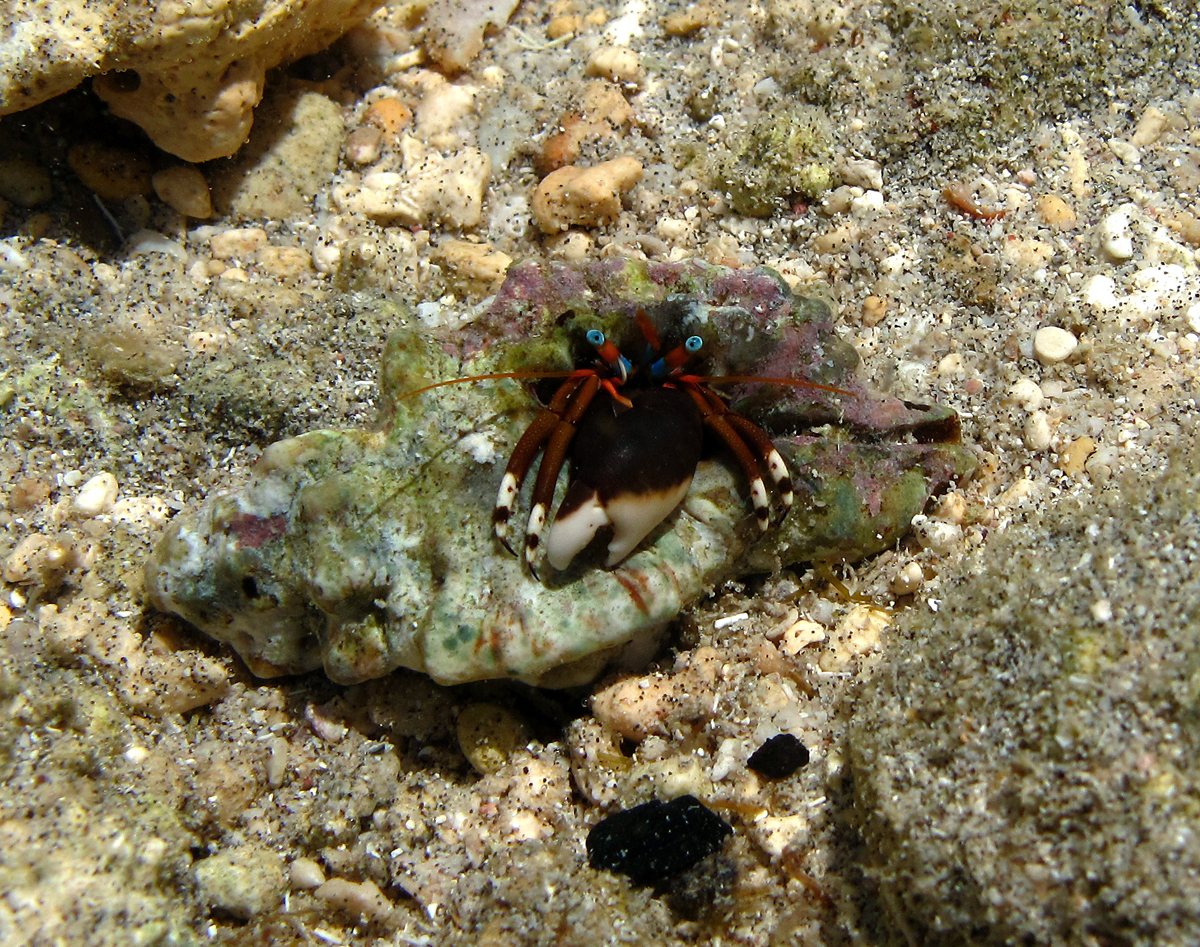
Bernard-l'ermite à grosse pince (Calcinus laevimanus)
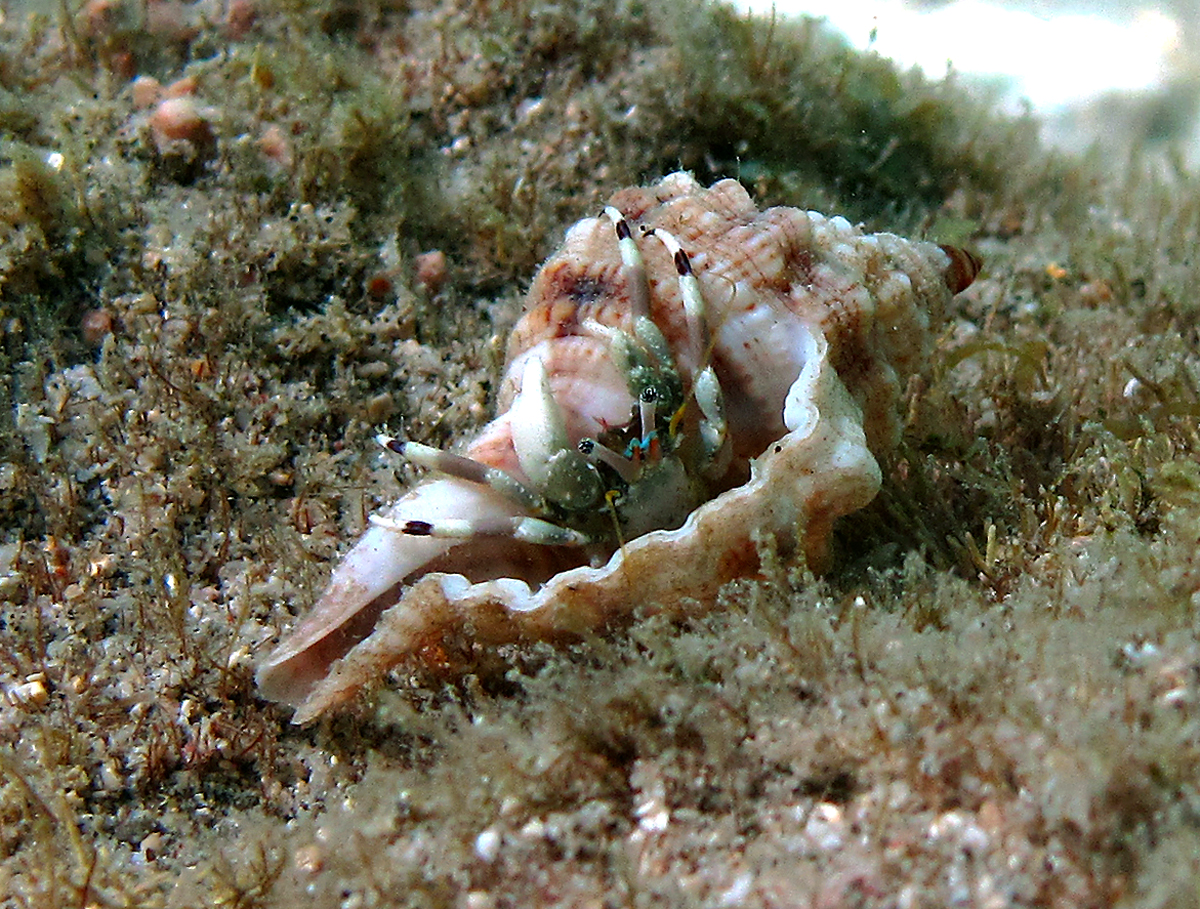
Bernard-l'ermite du Japon (Calcinus latens)
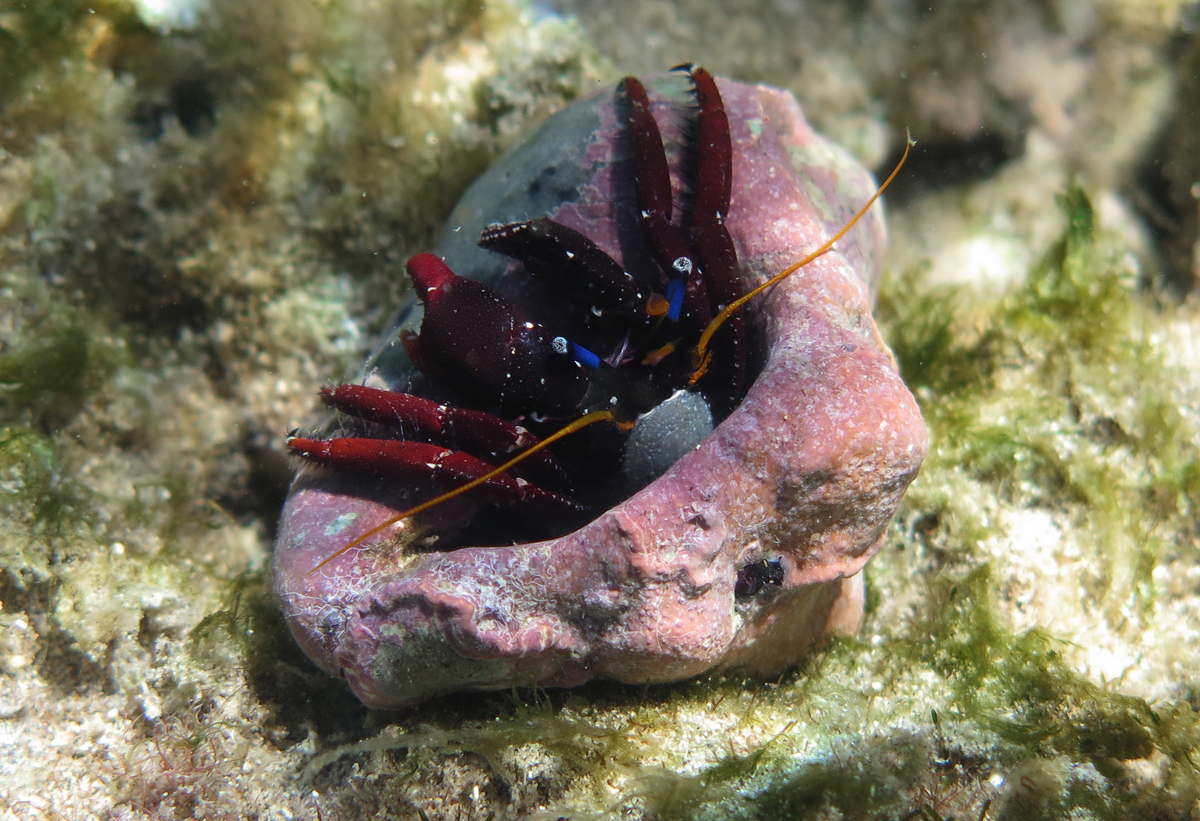
Calcinus morgani
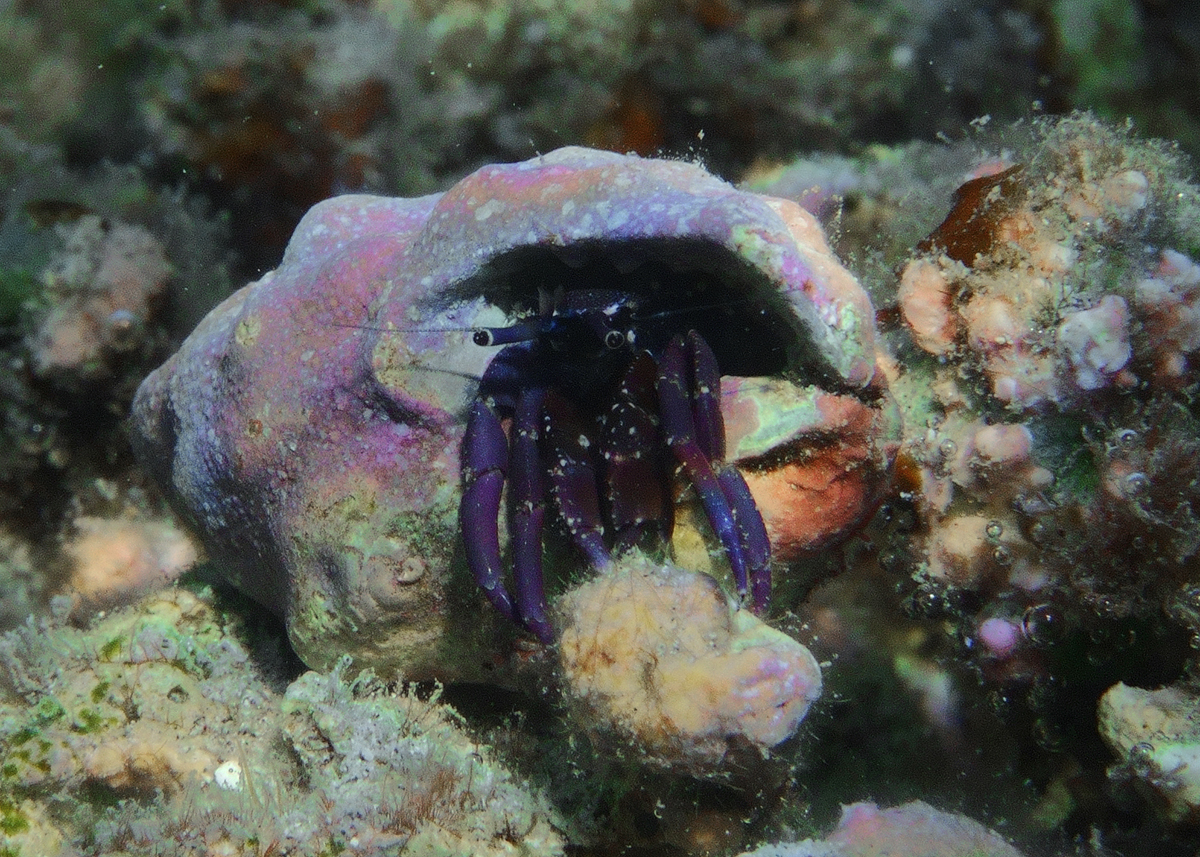
Calcinus rosaceus
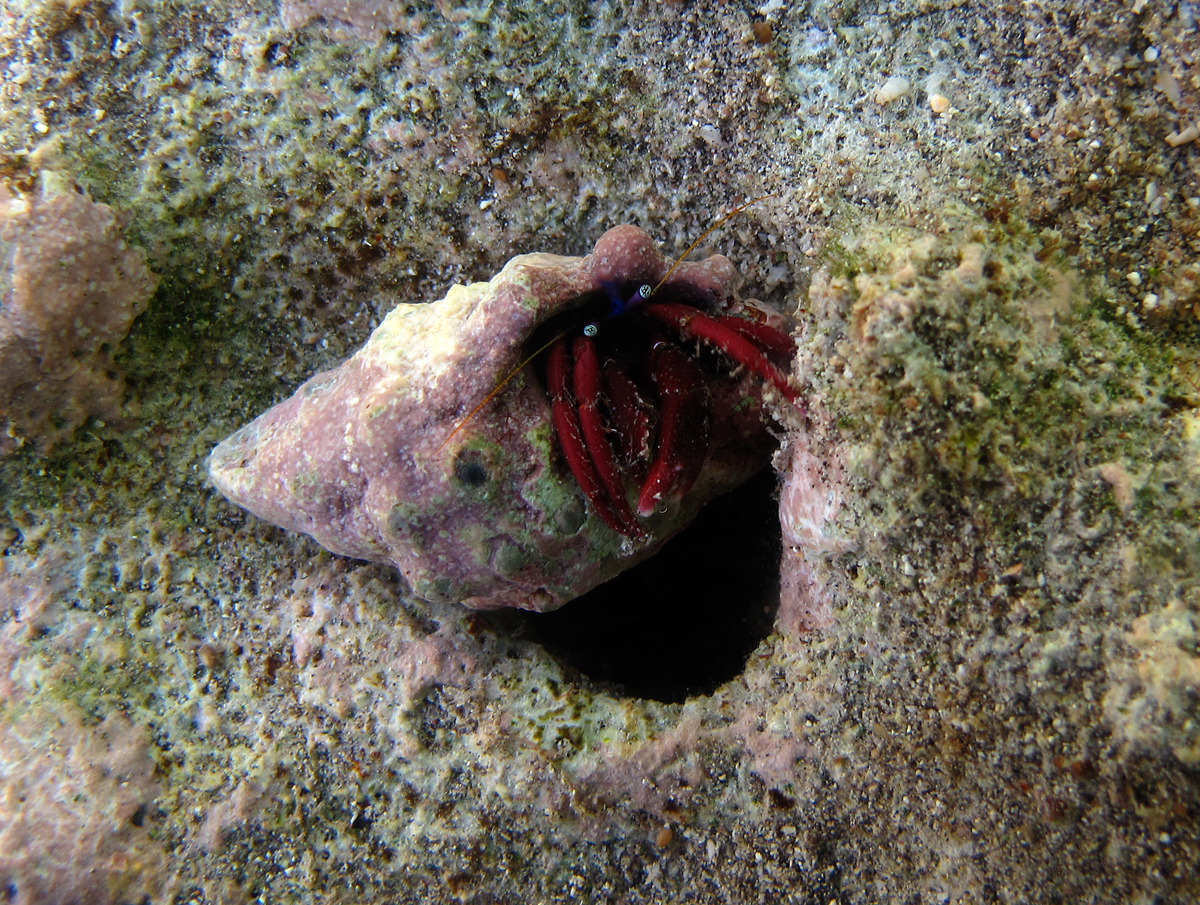
Calcinus vanninii
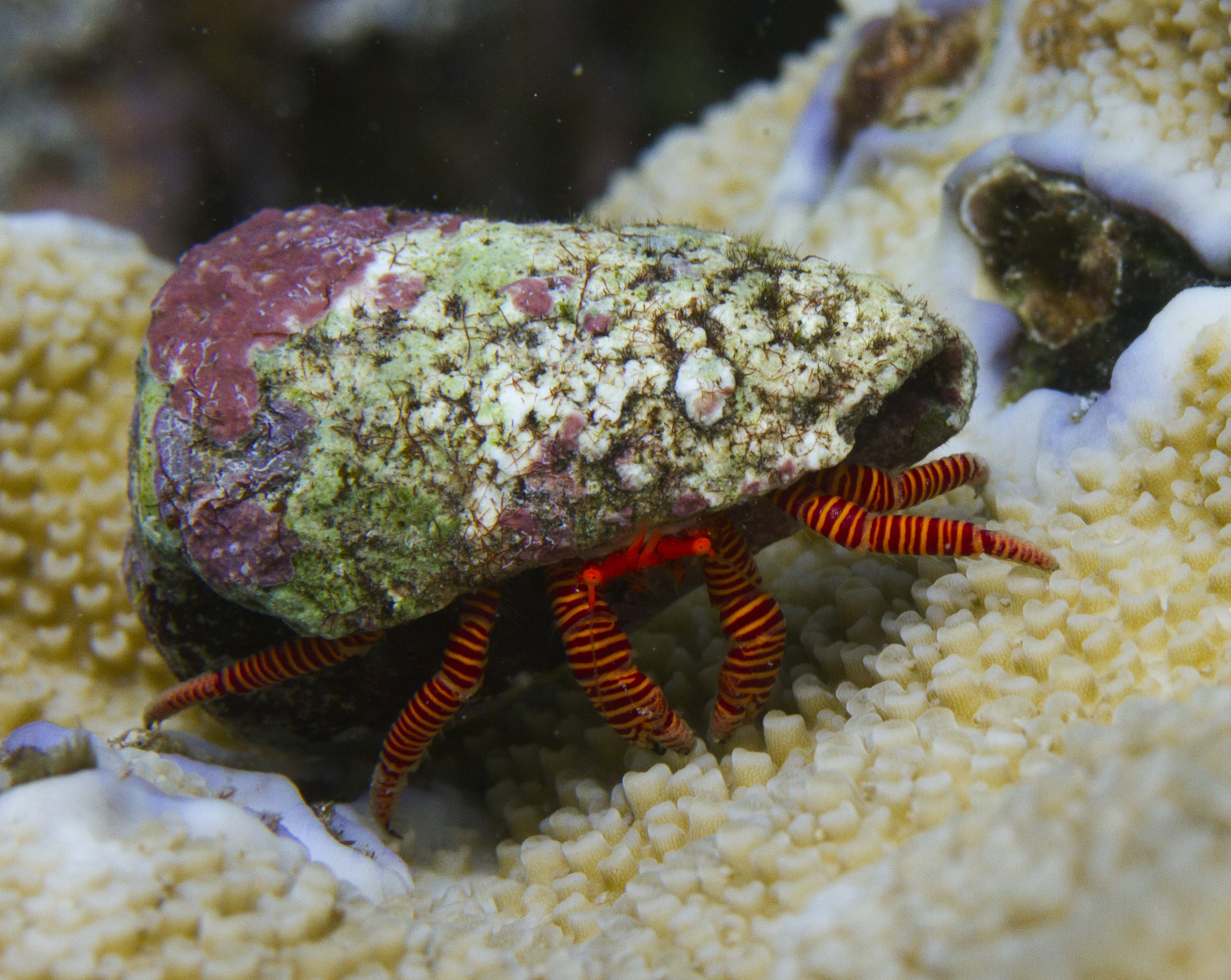
Un Bernard-l'ermite à chaussettes (Ciliopagurus strigatus)
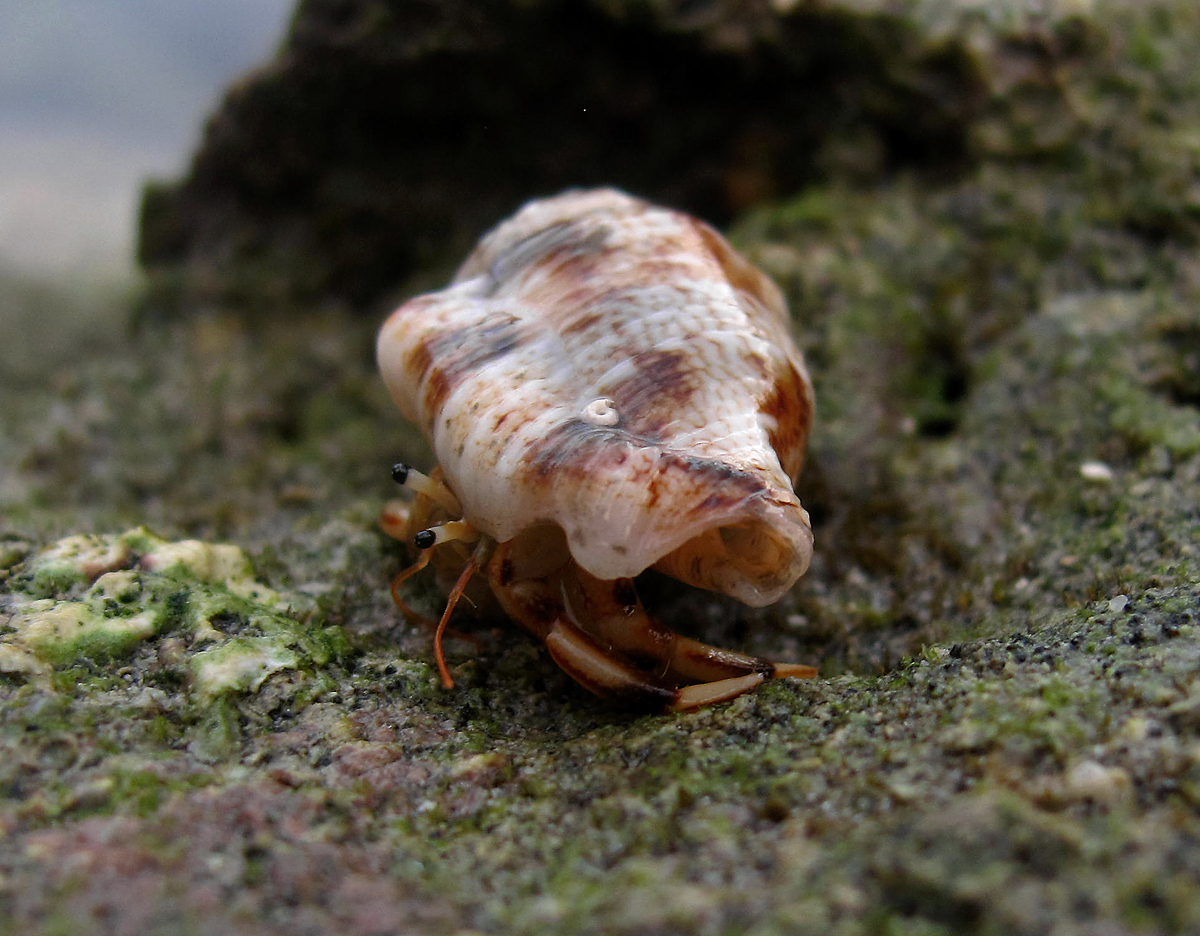
Clibanarius humilis
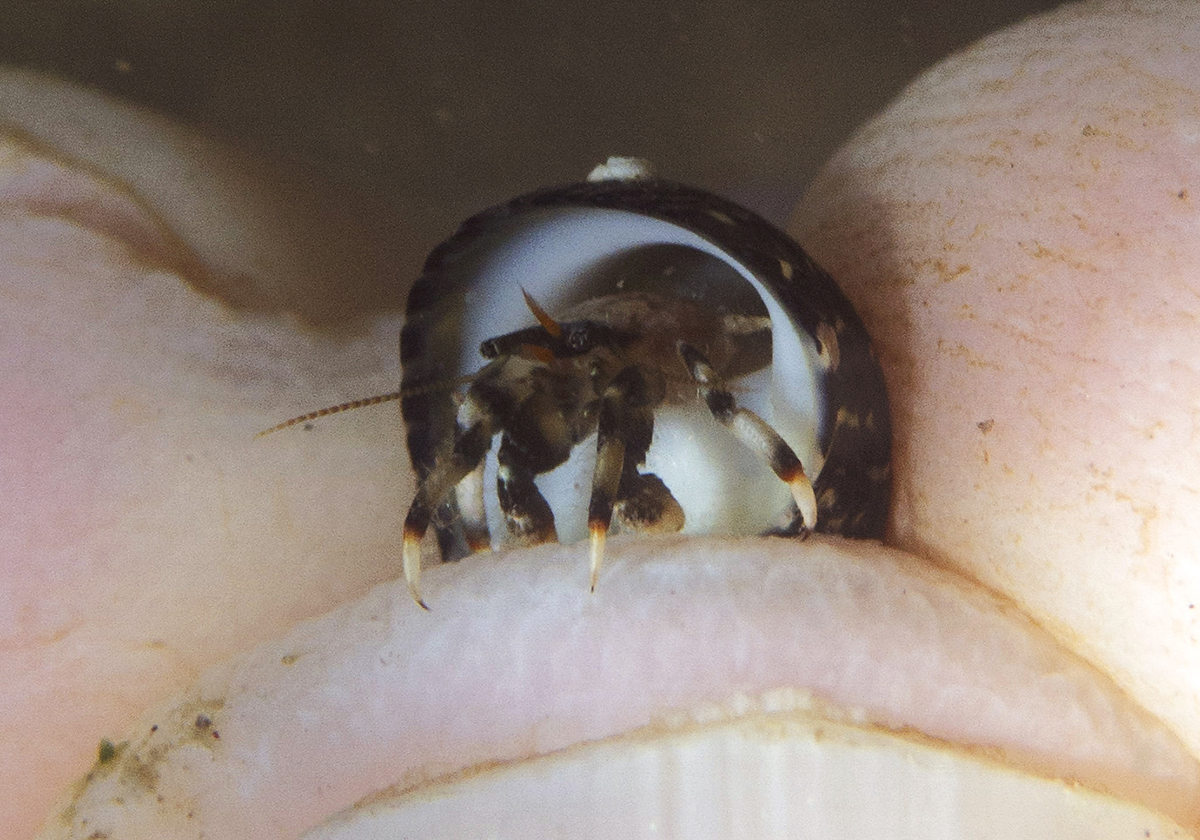
Clibanarius virescens juvénile
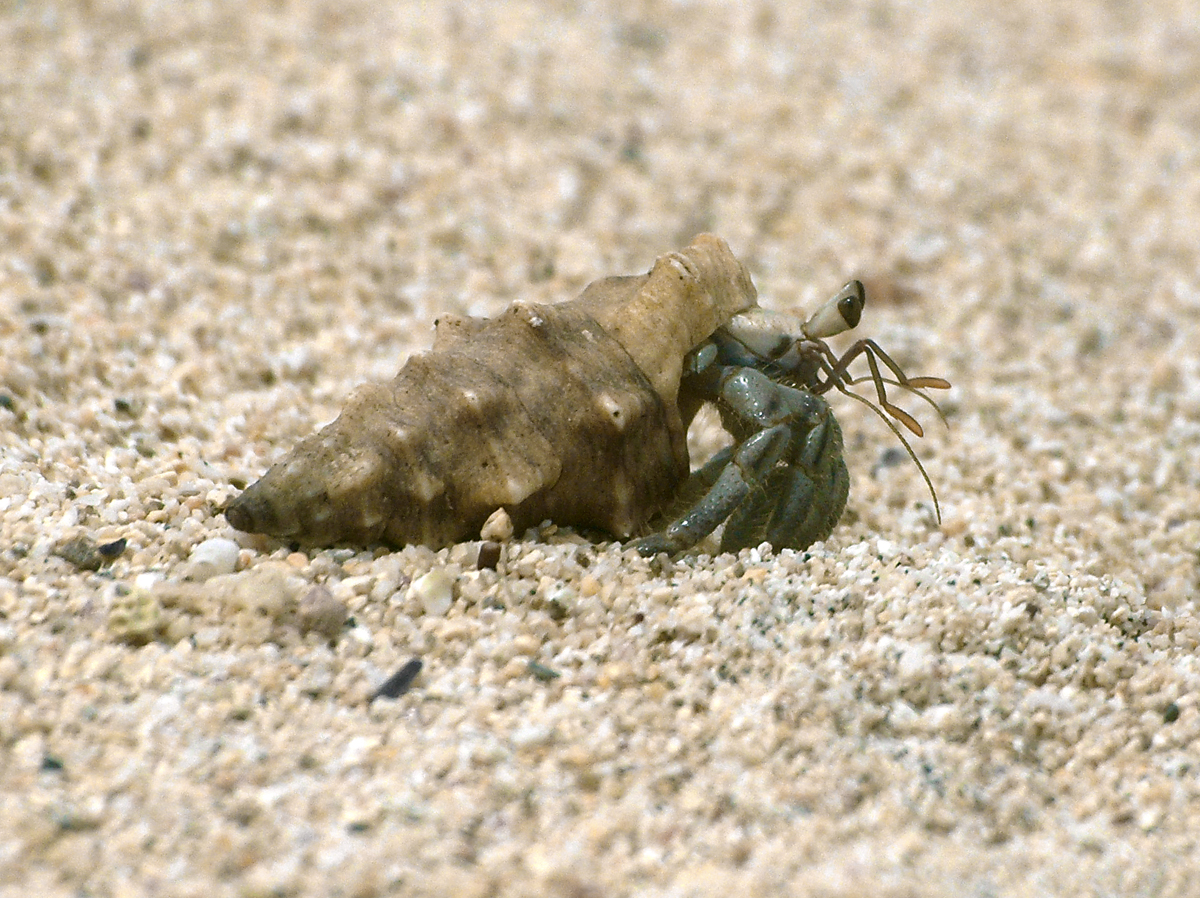
Bernard-l'ermite terrestre ou Cénobite stridulant (Coenobita rugosus), sur une plage.
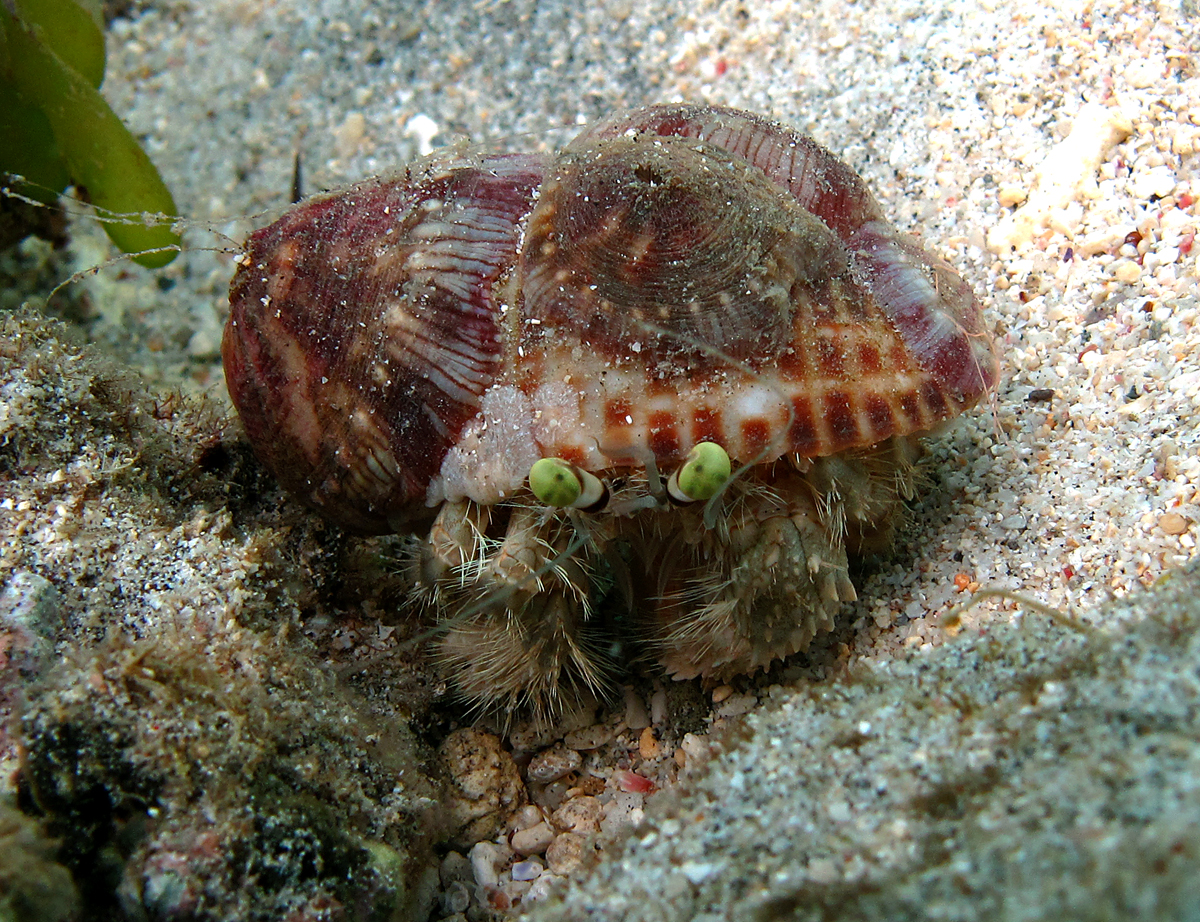
Pagure à anémones (Dardanus deformis)
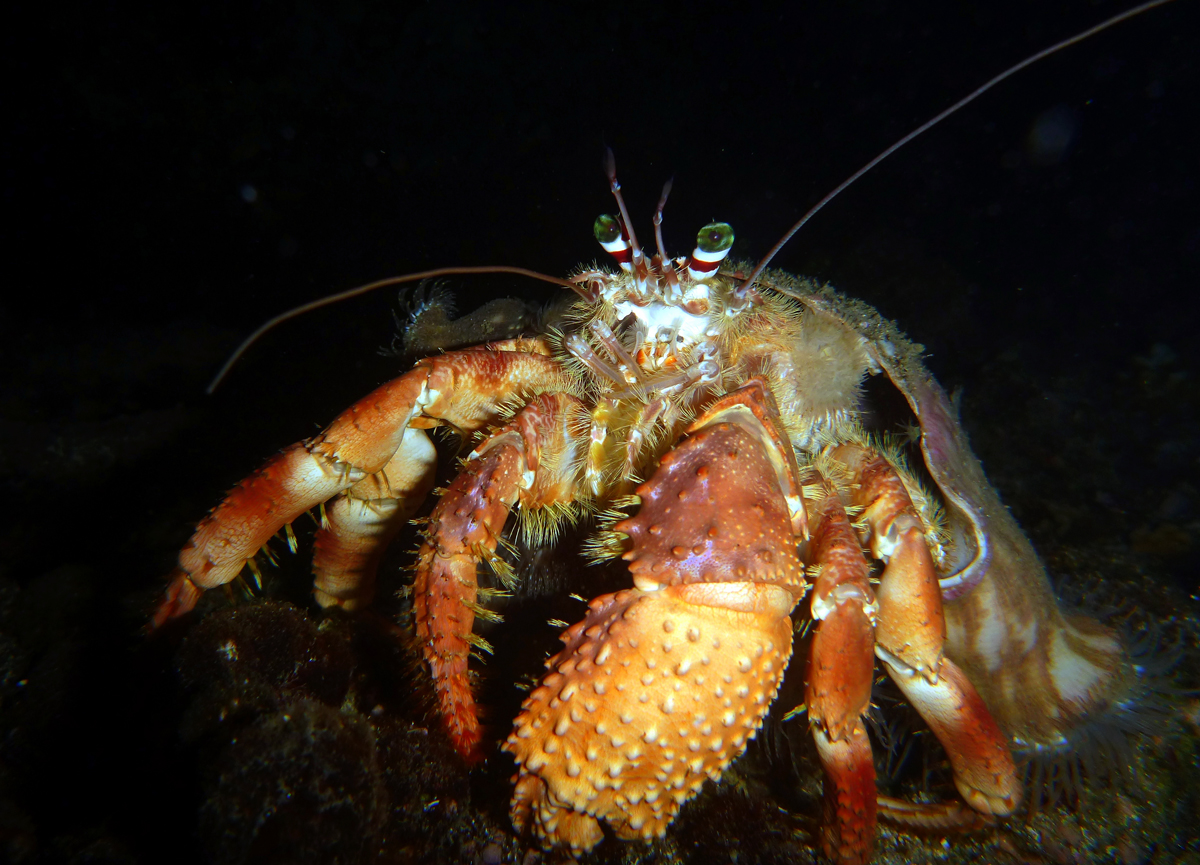
Dardanus gemmatus
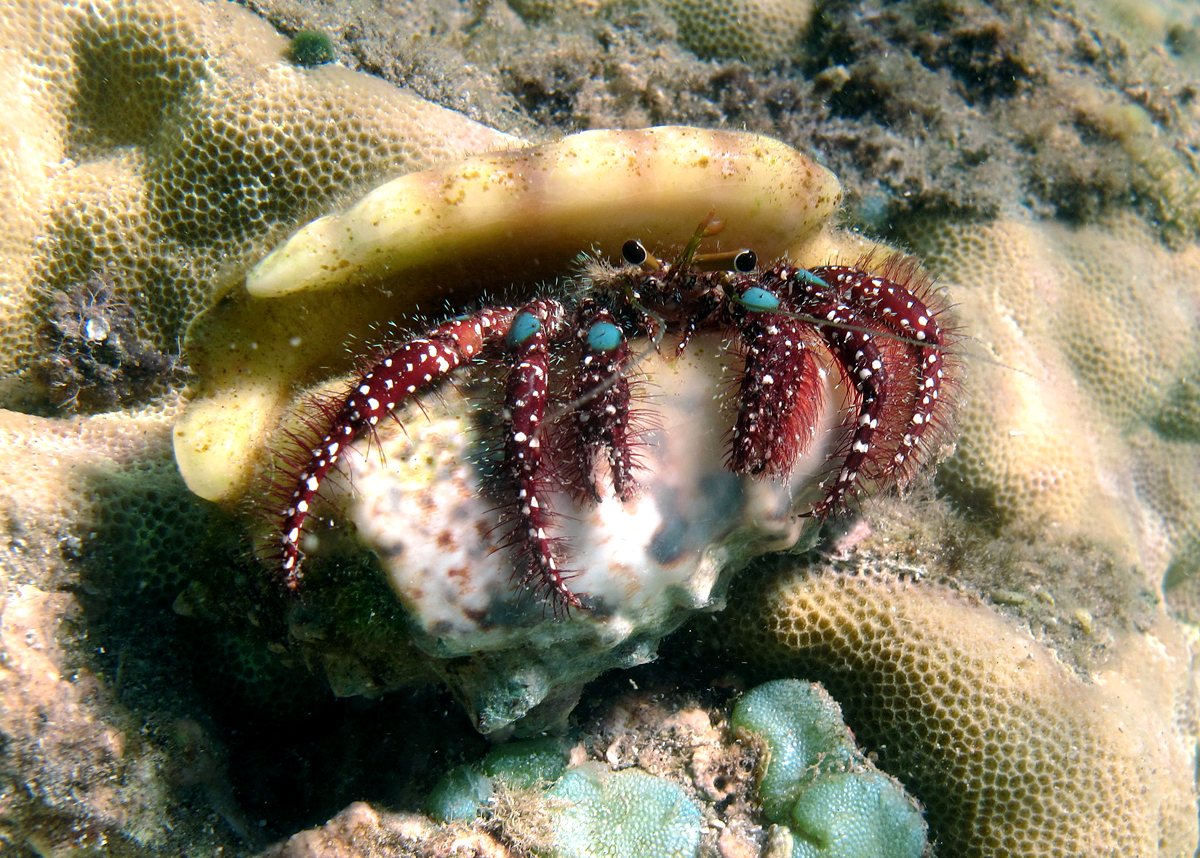
Bernard-l'ermite à taches bleues  (Dardanus guttatus) dans une coquille désaffectée de Strombus lentiginosus
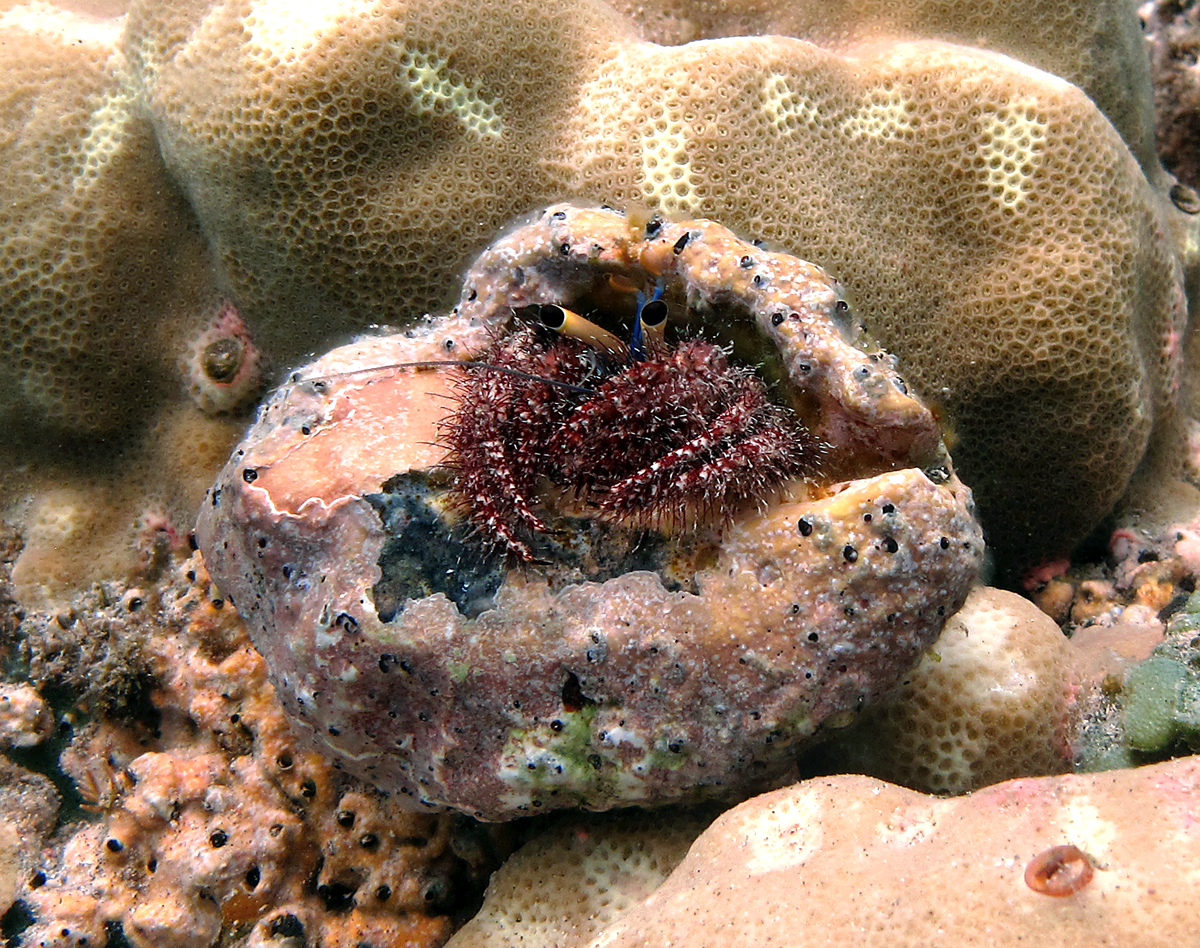
Pagure des récifs  (Dardanus lagopodes)
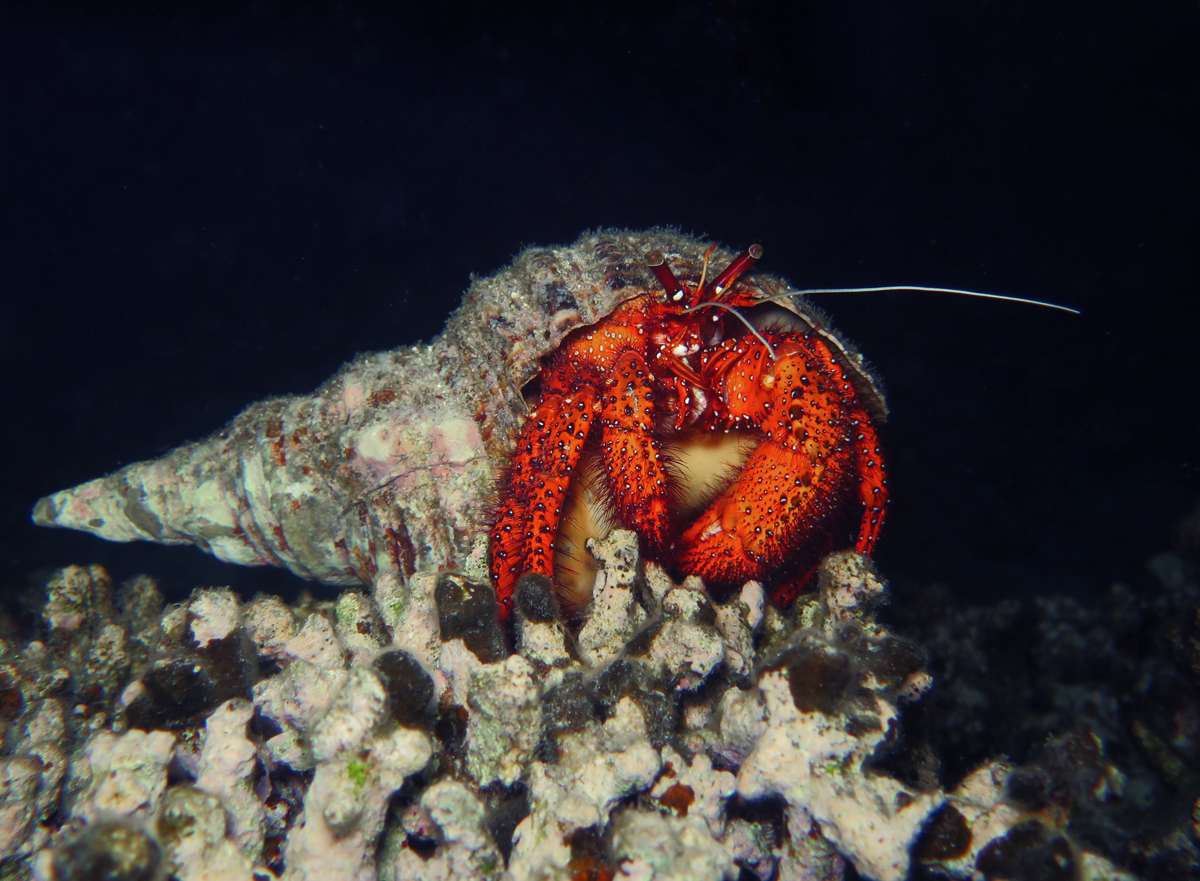
Bernard-l'ermite à points blancs (Dardanus megistos)
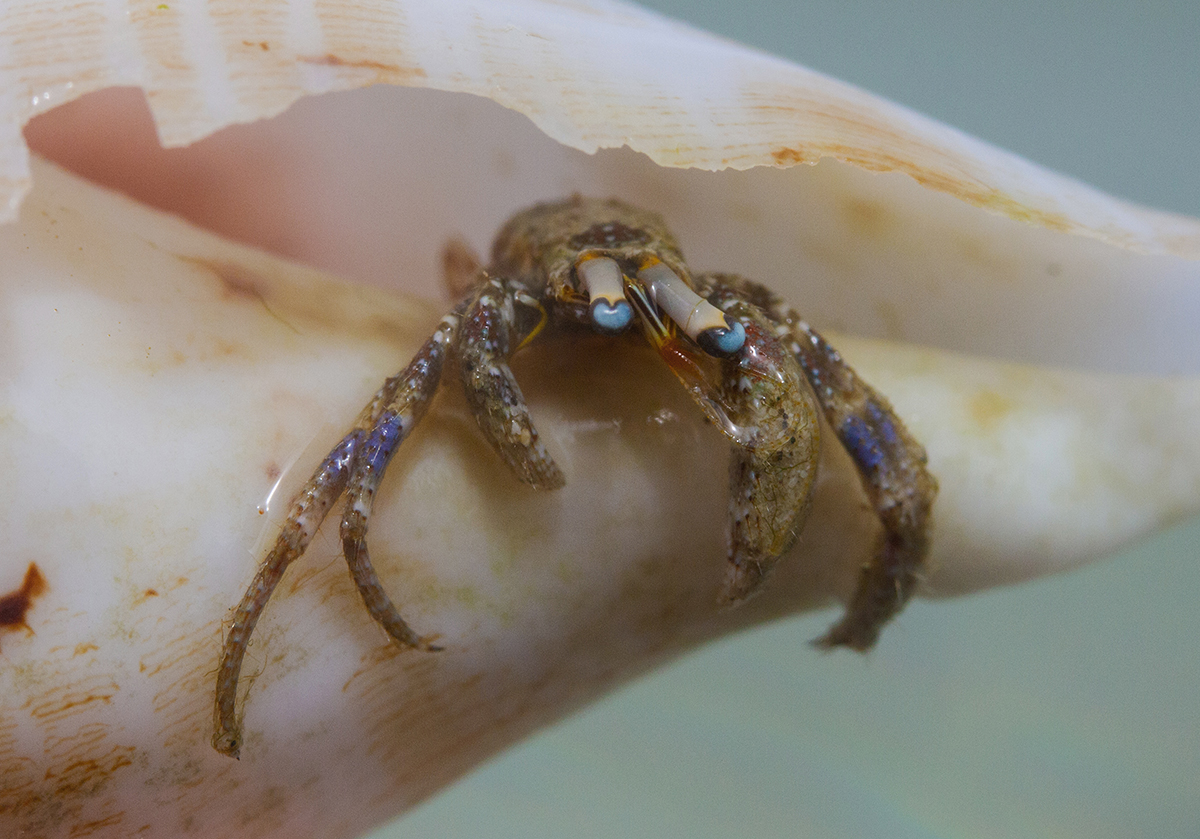
Dardanus scutellatus
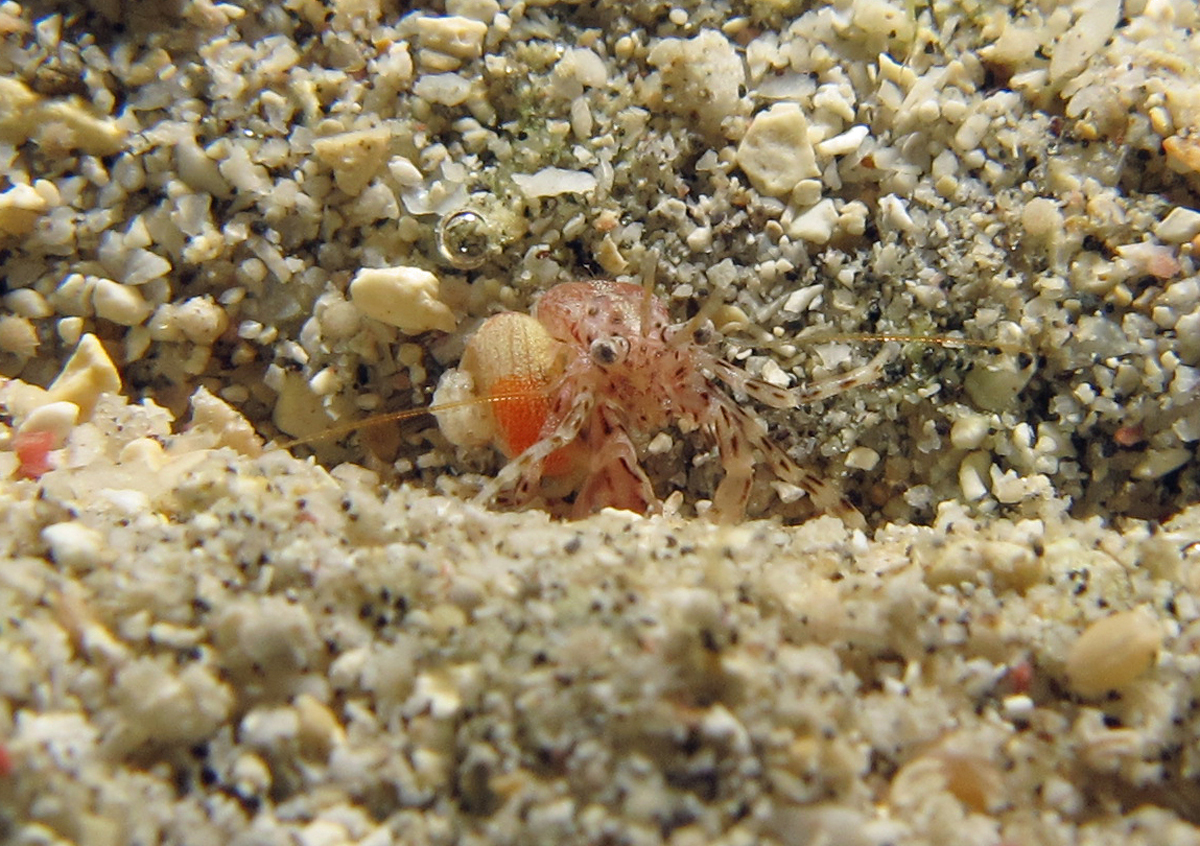
Pagurixus haigae
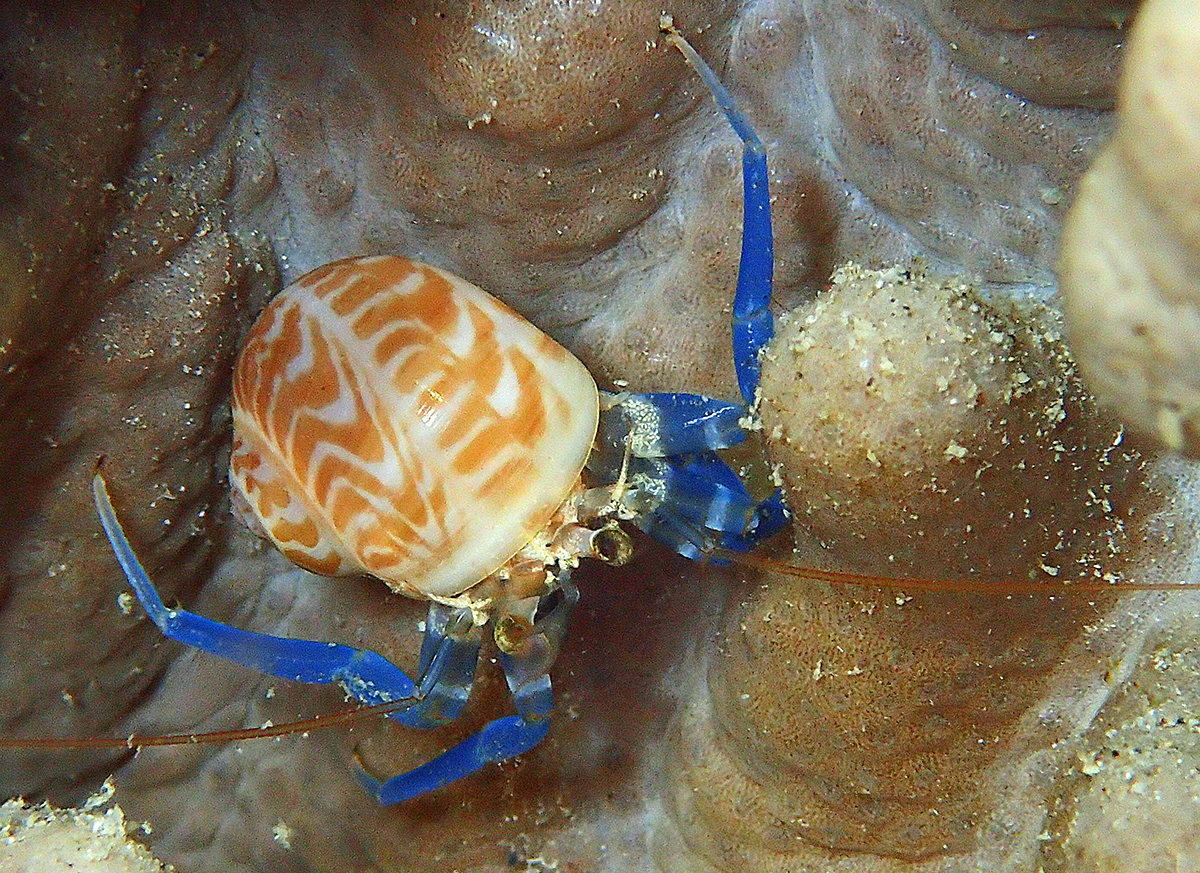
Pagurixus nomurai
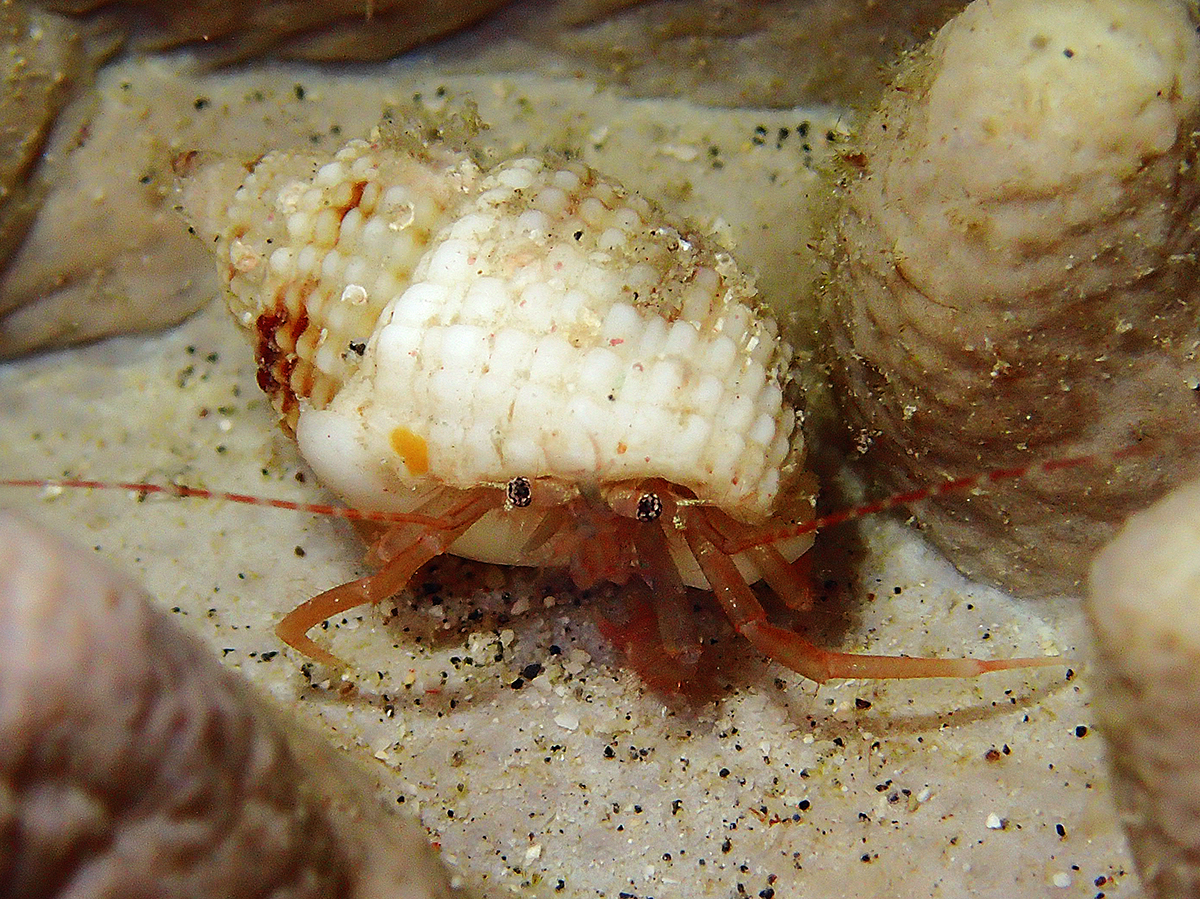
Pagurixus ruber
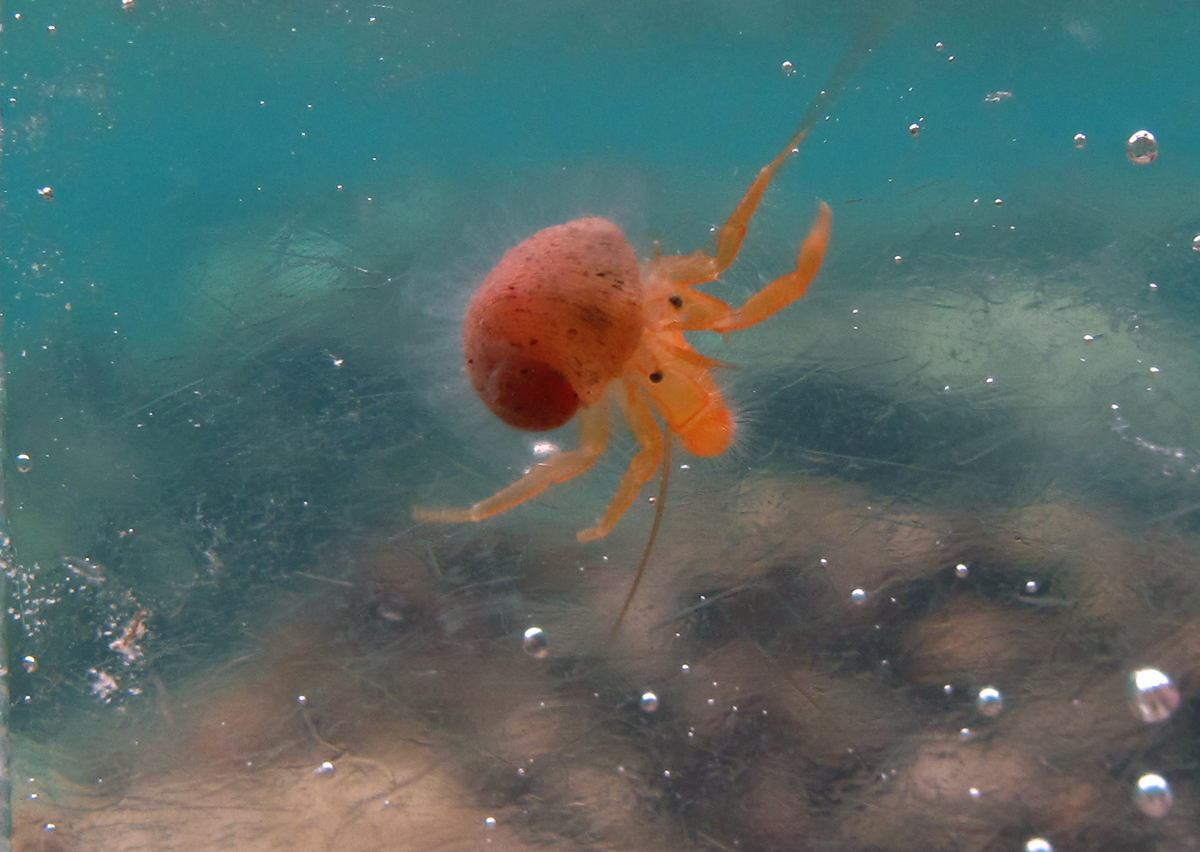
Trichopagurus trichophthalmus
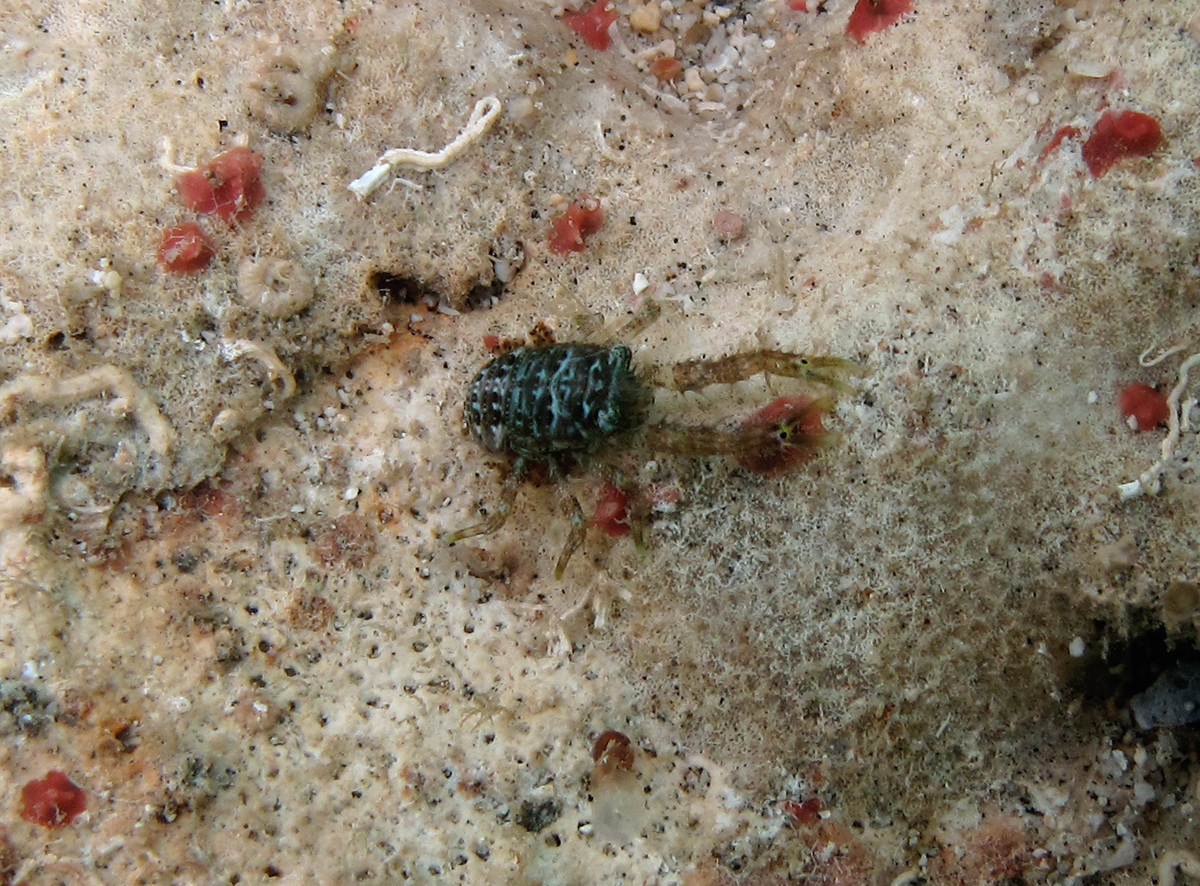
Une galathée Galathea mauritiana
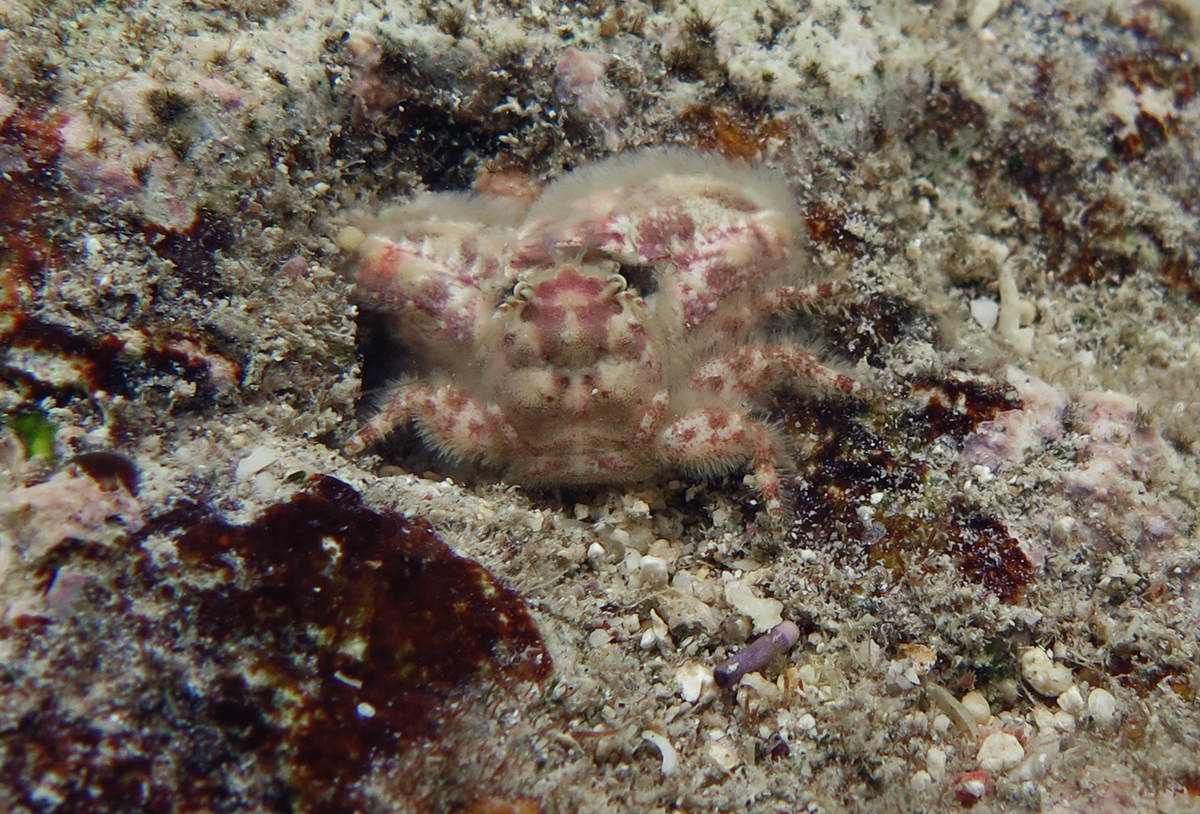
Un crabe porcelaine Petrolisthes tomentosus

### Squilles
Les squilles font partie de l’ordre des Stomatopoda. Le terme, qui vient du grec « stóma », bouche, et  « pous, podos », pied, est justifié par les cinq premières paires d’appendices thoraciques, qui servent chez eux de « pattes mâchoires », les trois dernières paires de pattes étant seules locomotrices. La deuxième paire distingue deux groupes fonctionnels, les squilles aux pattes ravisseuses, armées de dents longues et aigues, et celles dont la base du dernier segment est une sorte de massue. La vitesse de frappe de cette paire de pattes est telle (elle peut atteindre 23 m/s) qu’elle produit une détonation et des bulles par cavitation au contact de la proie, capable de briser une paroi d’aquarium. La vision des squilles est une des plus élaborées du règne animal. Les squilles sont présentes dans le lagon mais elles sont rarement visibles, parce qu’elles sont discrètes et se précipitent dans leur terrier dès qu'elles détectent la moindre menace.
13 espèces de squilles ont été documentées à La Réunion.

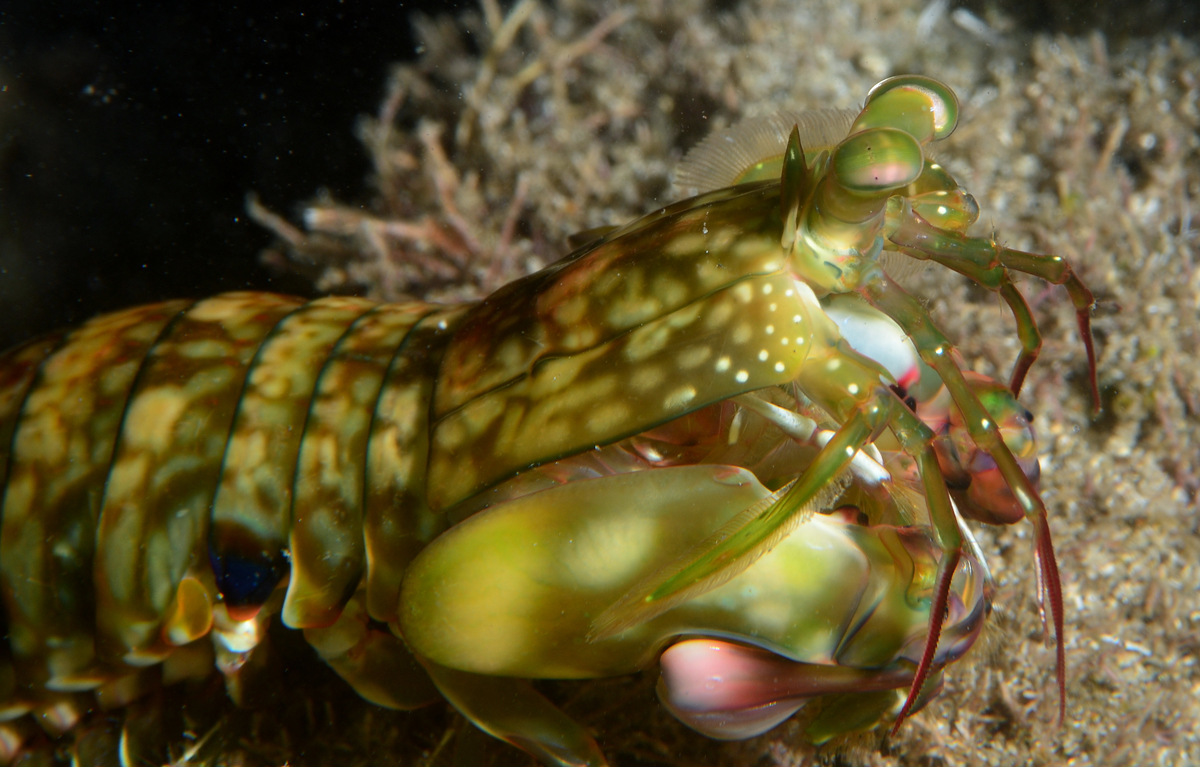
Squille à ocelles orange (Gonodactylus platysoma)
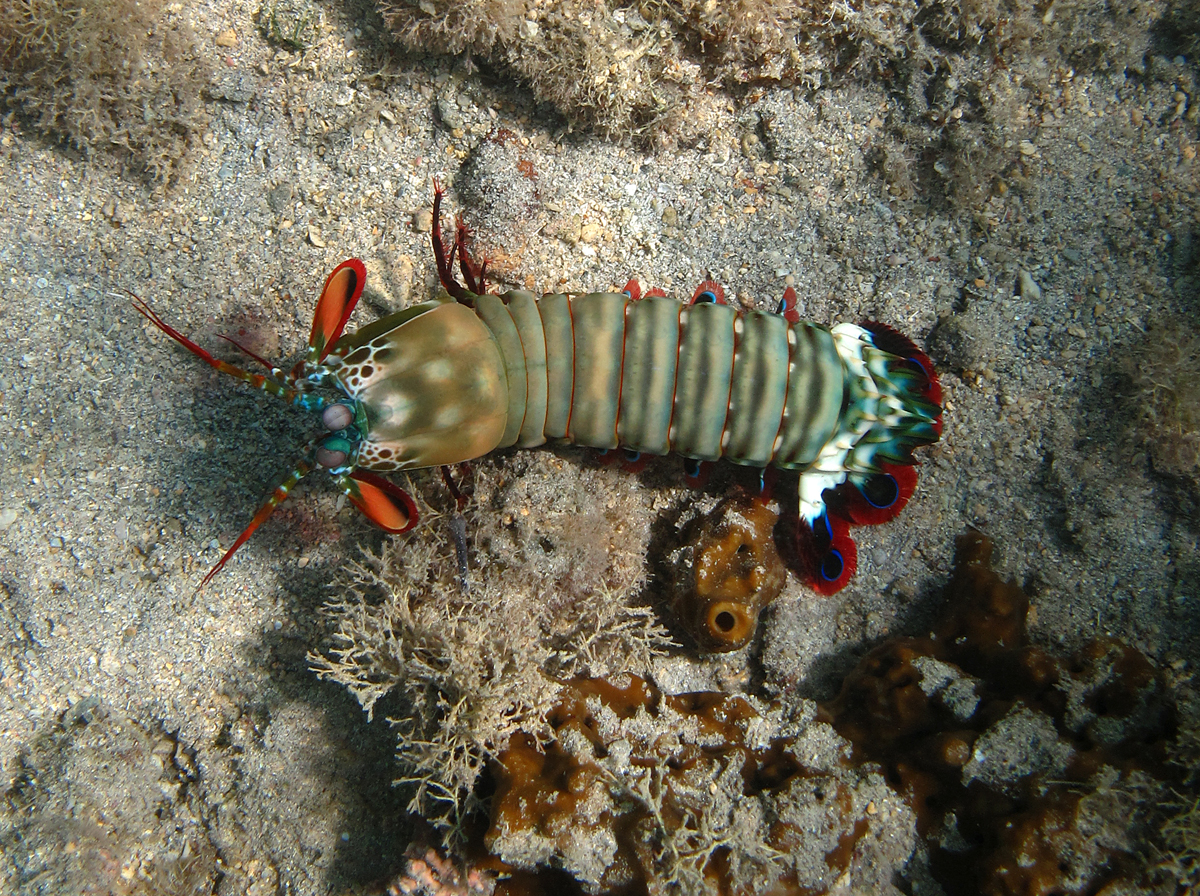
Squille multicolore ou crevette-mante paon (Odontodactylus scyllarus)
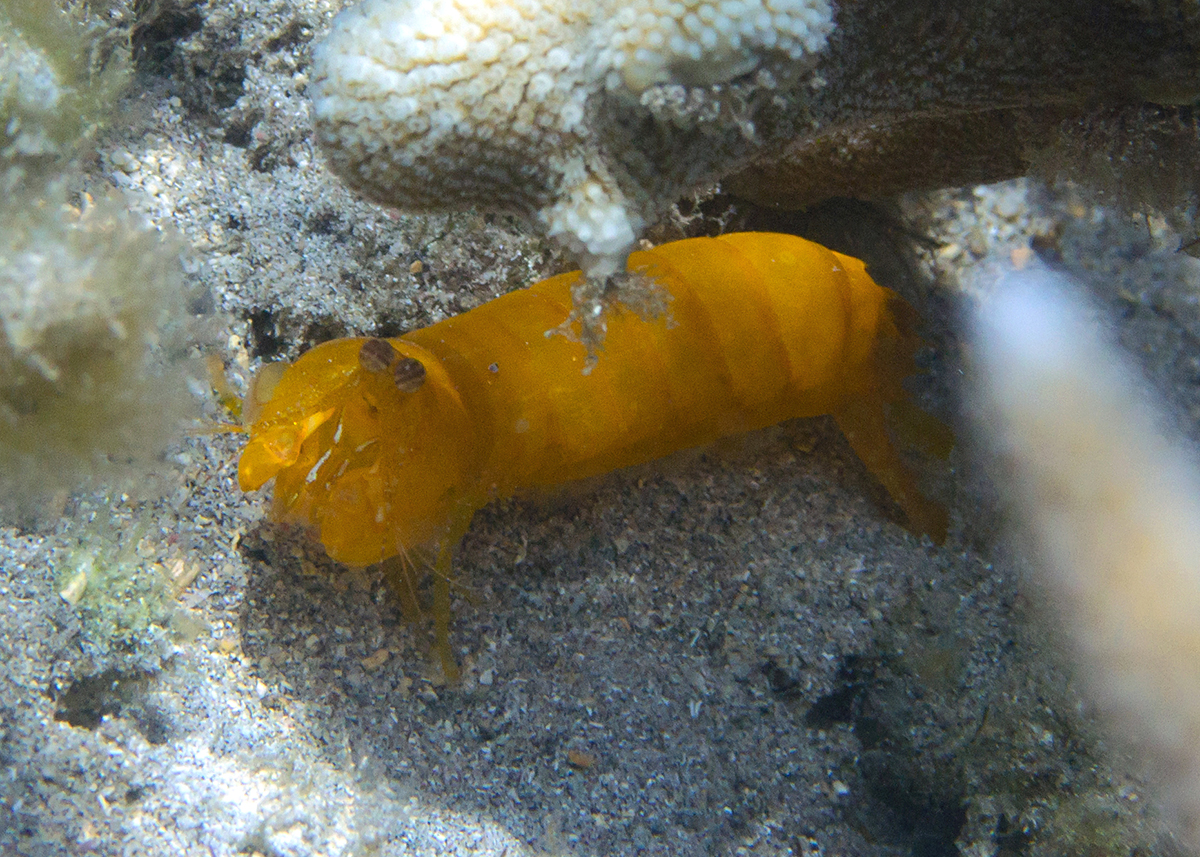
Pseudosquilla ciliata

### Crevettes
La majorité des « vraies crevettes » est regroupée dans l’infra-ordre des Caridea, le plus grand nombre d’espèces étant marines. Elles sont caractérisées par un corps long et hydrodynamique équipé d’appendices natatoires biramés sous l’abdomen (ce qui leur permet de nager), par de petites pinces au bout des deux premières paires de pattes (et de la troisième paire chez les Stenopodidae) et généralement par un rostre denticulé à l’extrémité du céphalothorax. La plupart des crevettes sont carnivores, détritivores ou omnivores, mais certaines, dont les pinces sont remplacées par des soies en éventail, sont filtreuses. De nombreuses espèces vivent en association avec des coraux dont beaucoup sont dépendantes (hôtes obligatoires). Elles peuvent aussi être associées à des poissons (gobies), des anémones, des bivalves, des éponges, des oursins et même des vers polychètes comme le ver de feu. 182 espèces de crevettes ont été recensées à La Réunion en 2008.

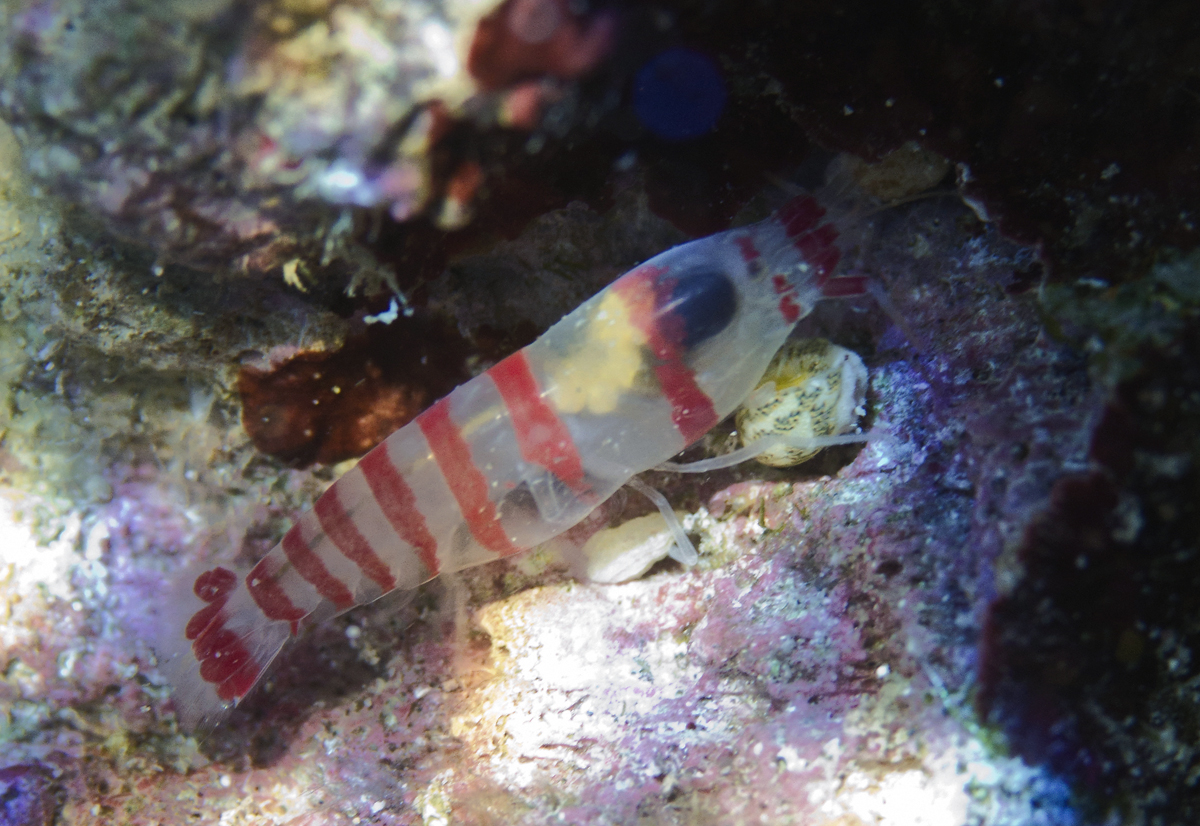
Alpheopsis yaldwyni
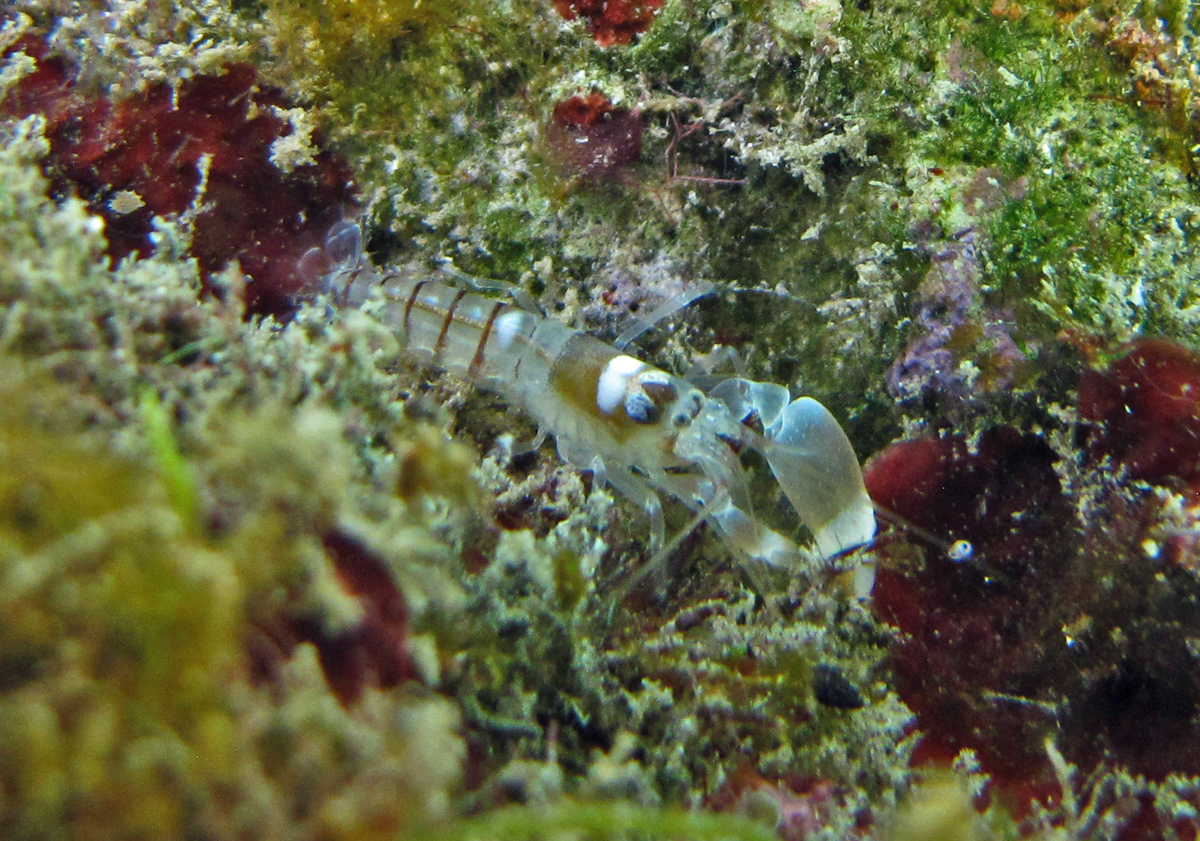
Alpheus dolerus
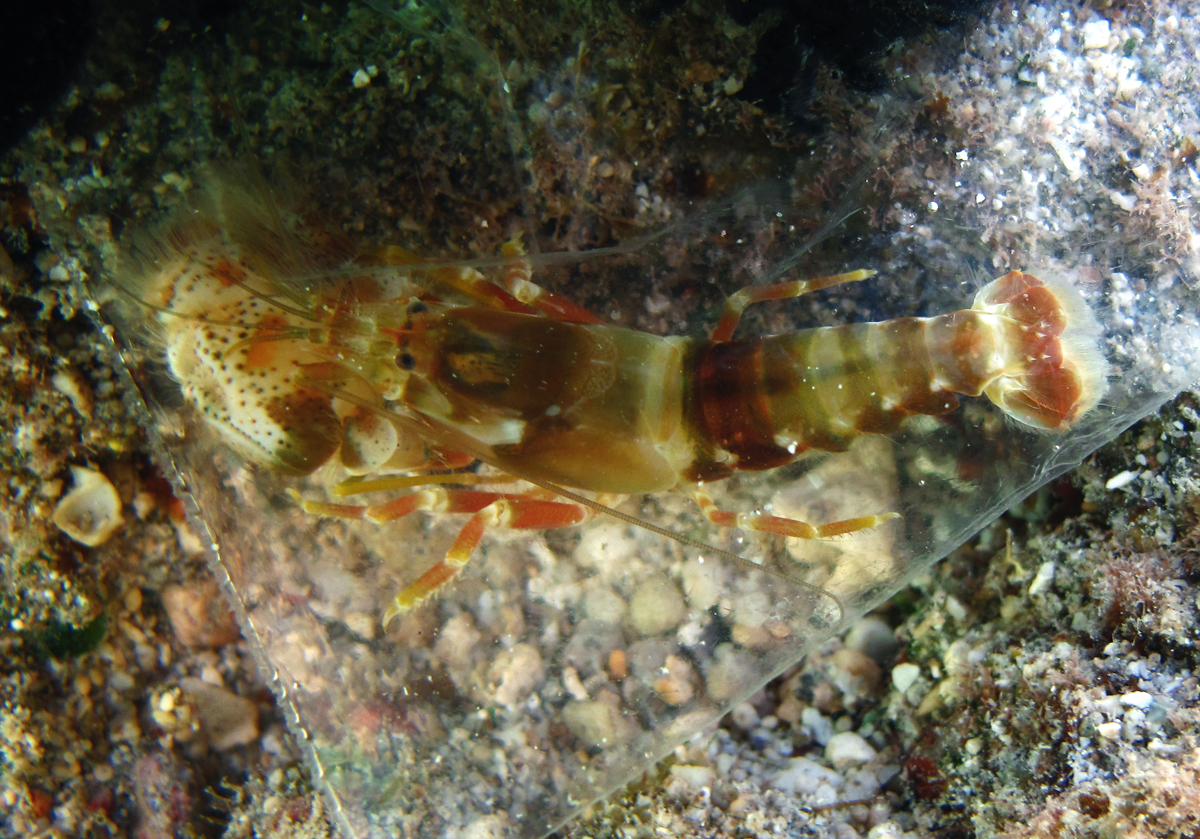
Alpheus edamensis?
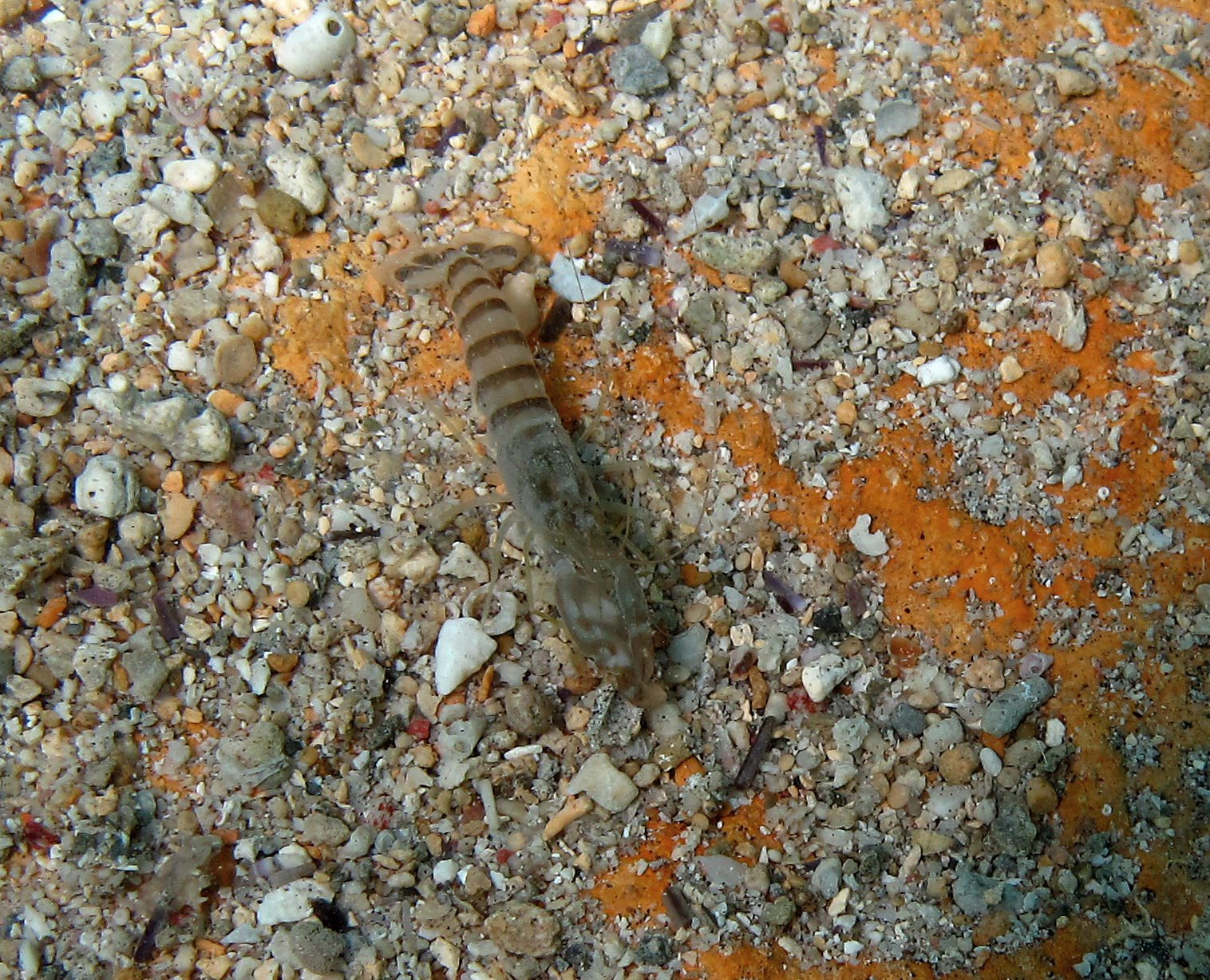
Une crevette Alpheus leviusculus
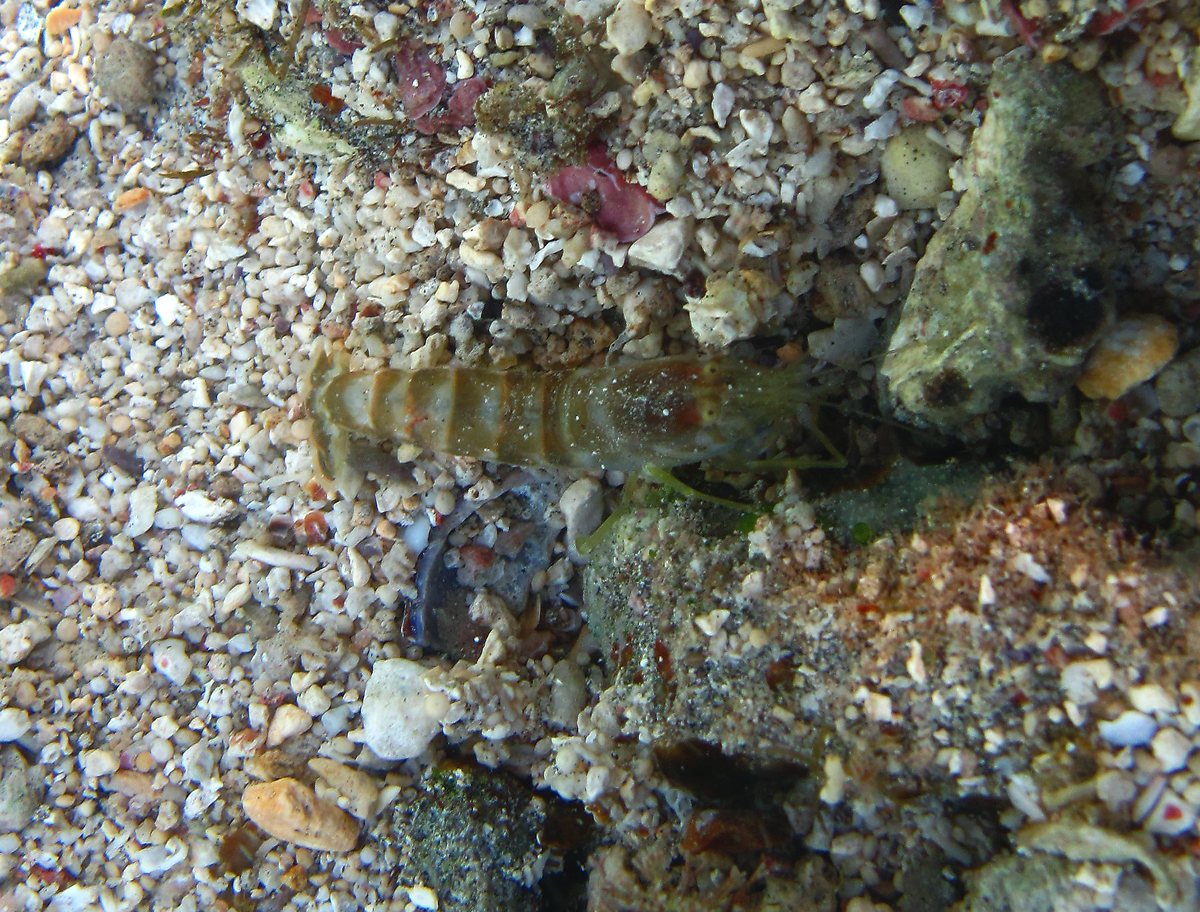
Alpheus lobidens? ayant perdu sa grosse pince
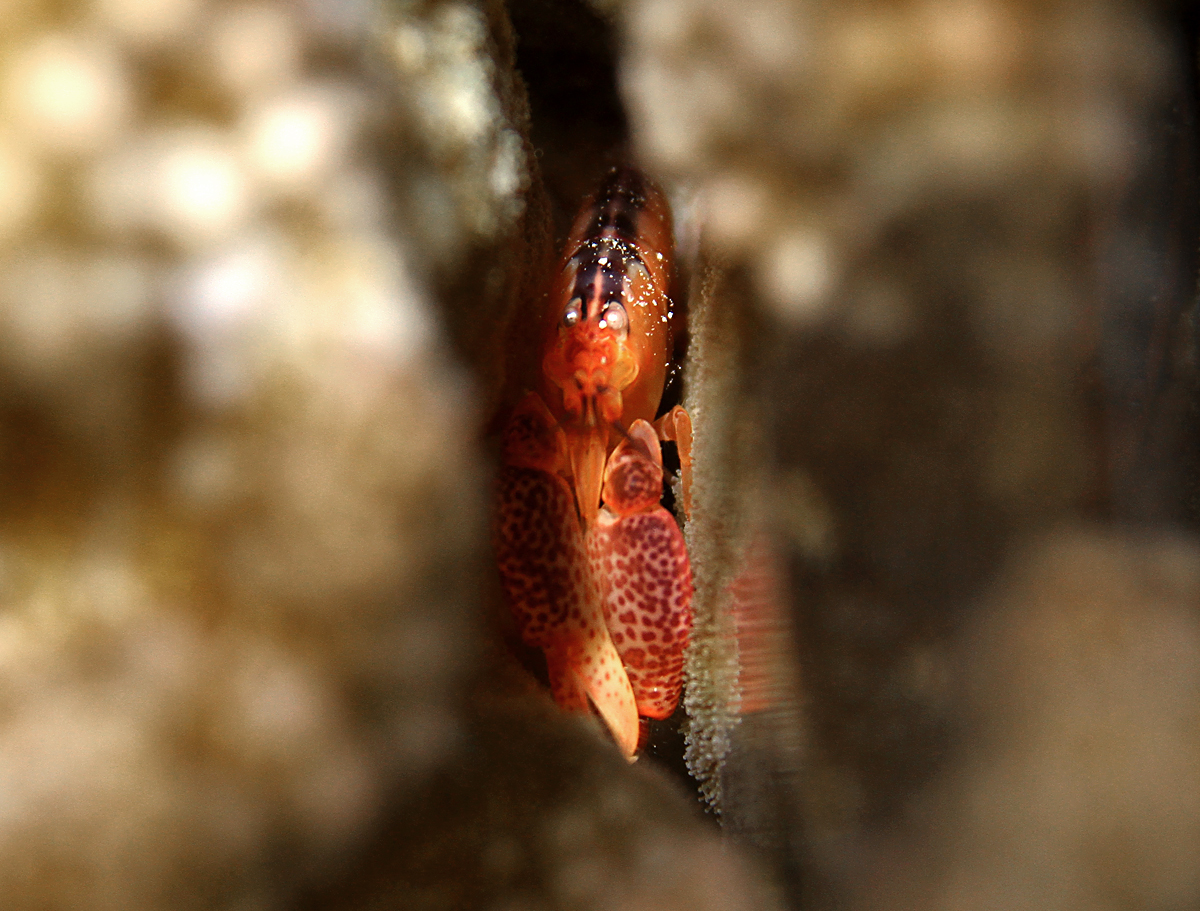
Alpheus lottini, cachée dans un Pocillopora
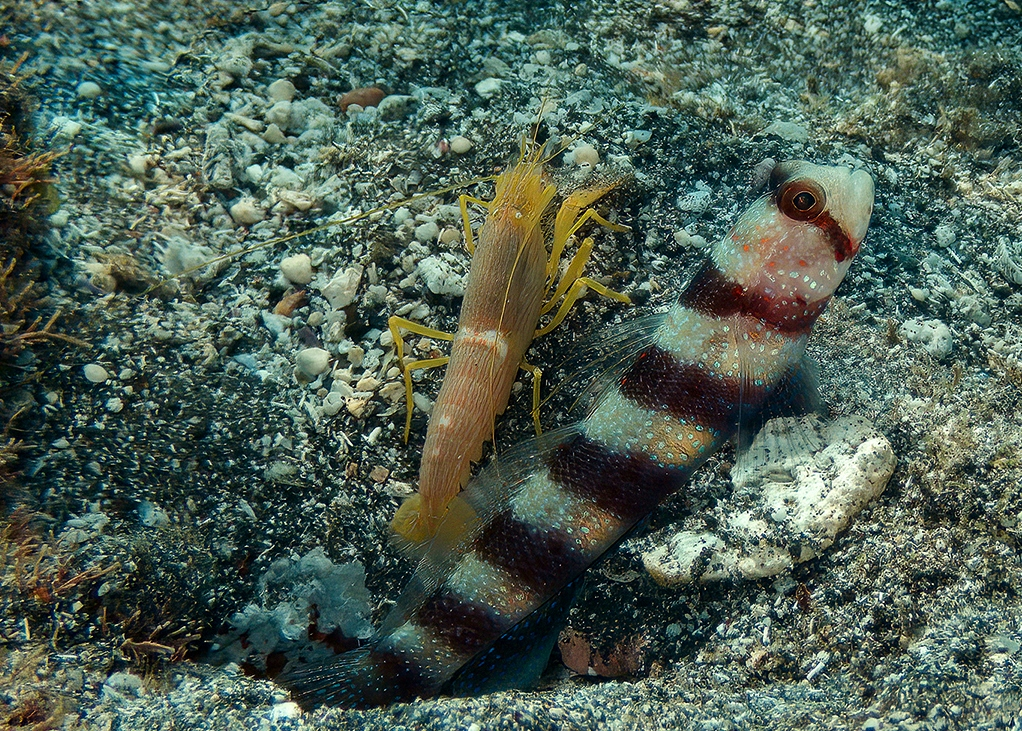
Alpheus ochrostriatus, associée au gobie Amblyeleotris wheeleri
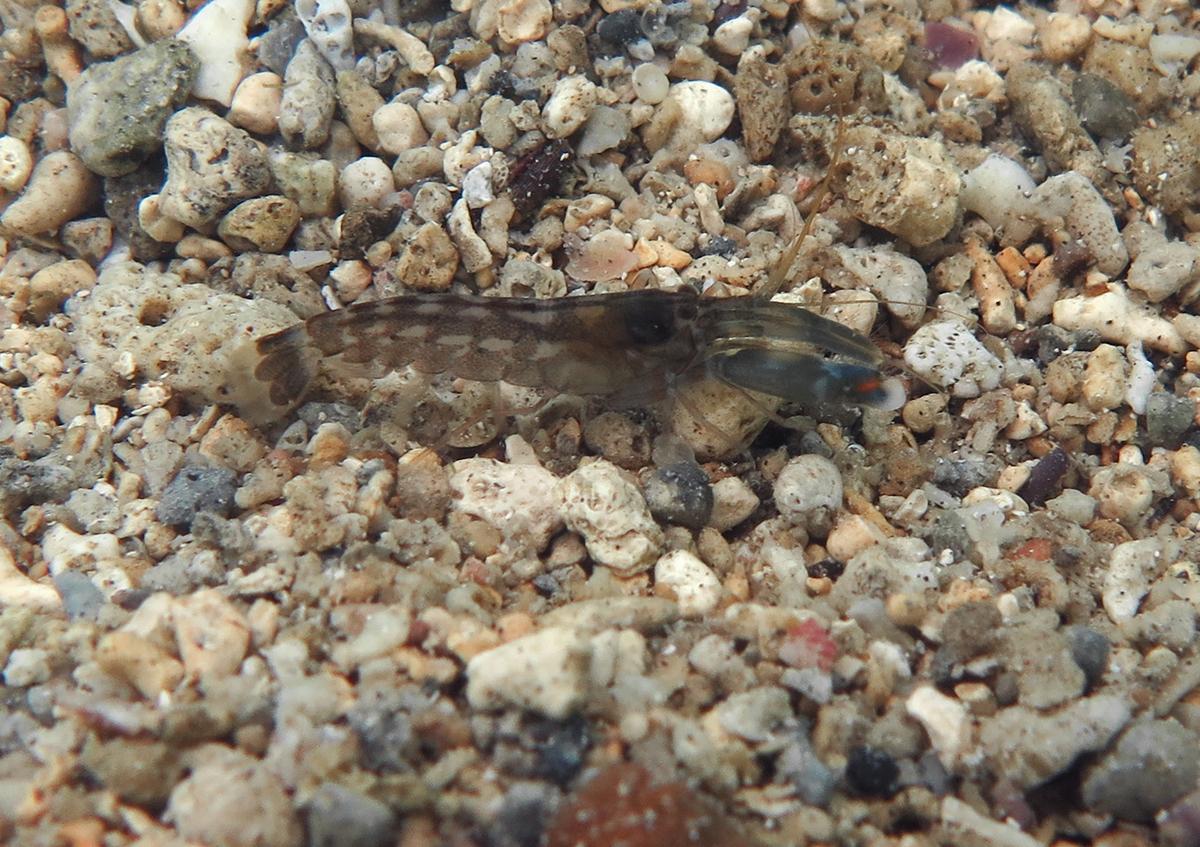
Alpheus pacificus
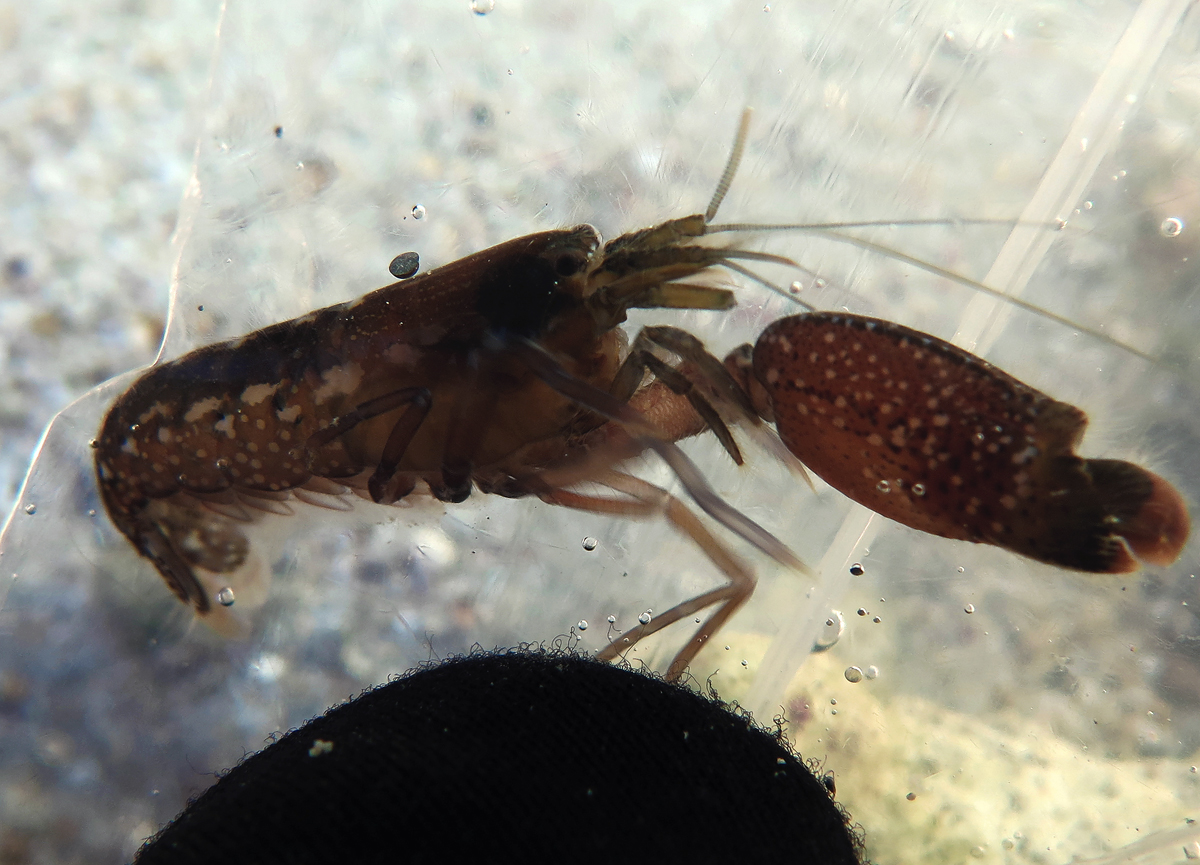
Une crevette du complexe Alpheus sulcatus-macrochirus
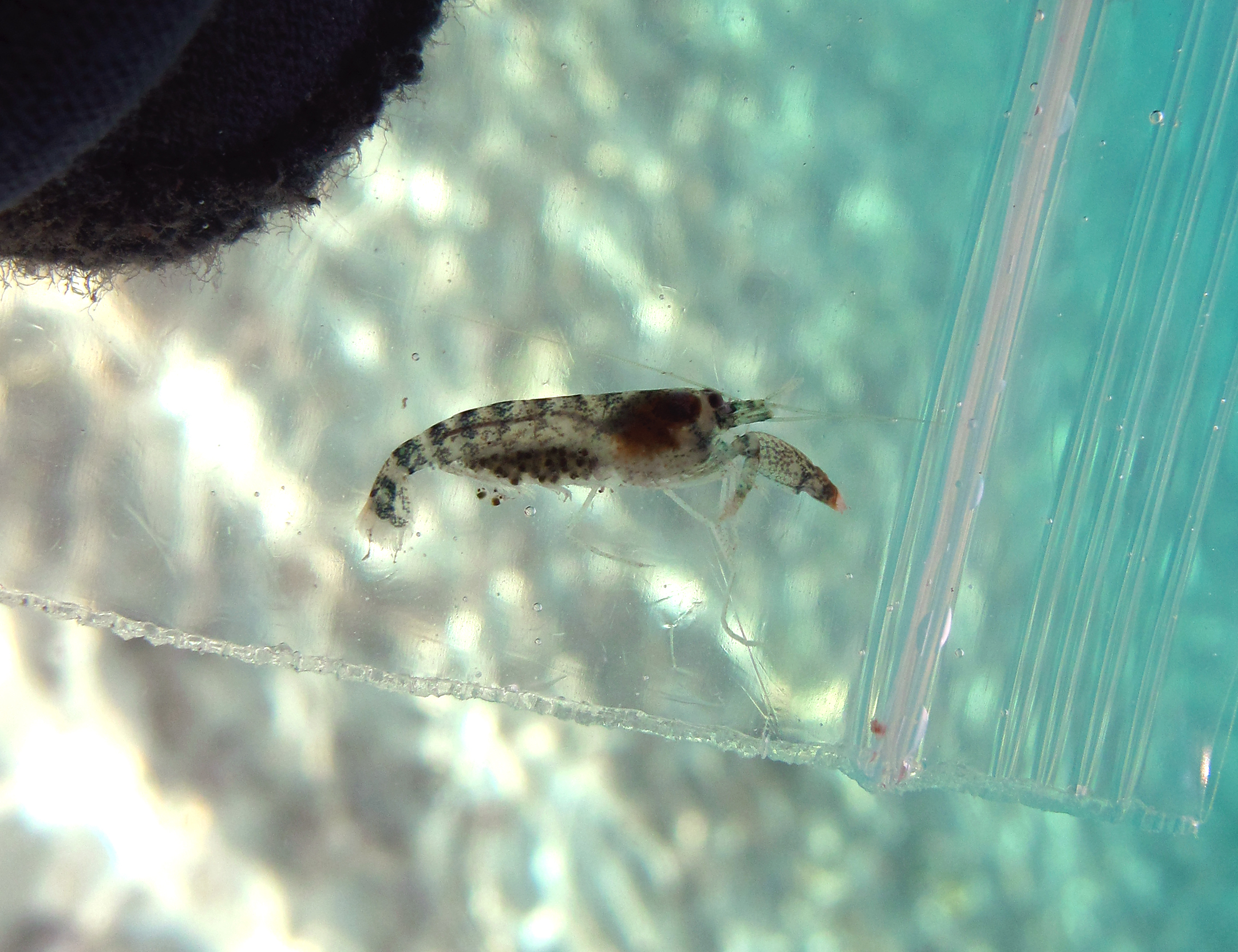
Alpheus sp.
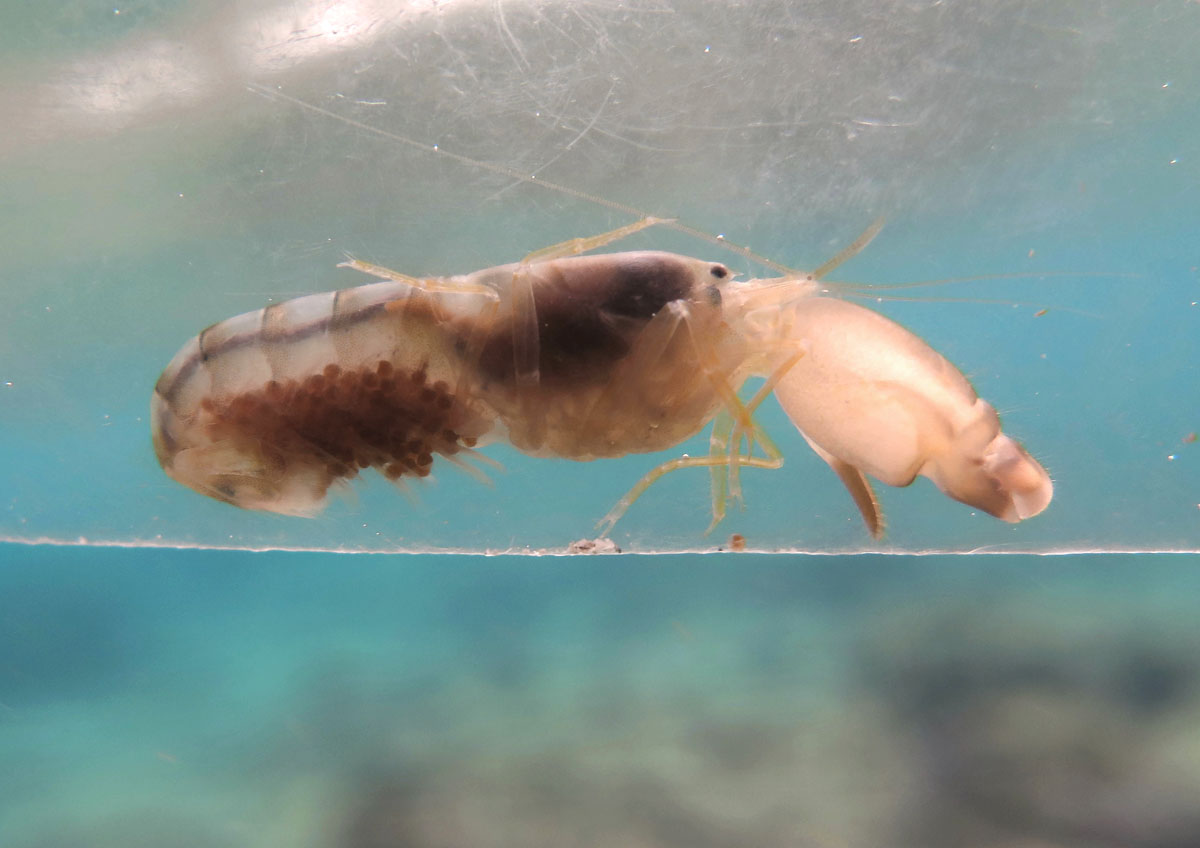
Alpheus sp.
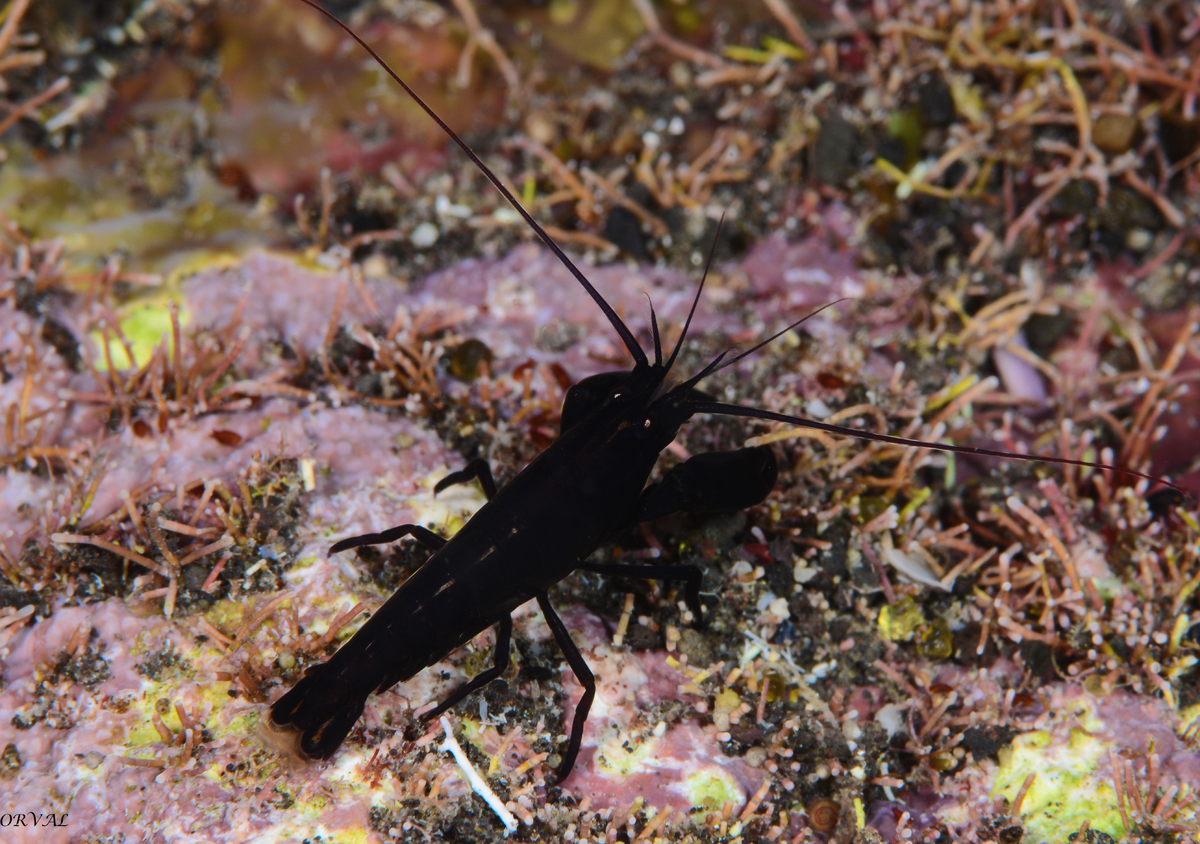
Une crevette Arete dorsalis
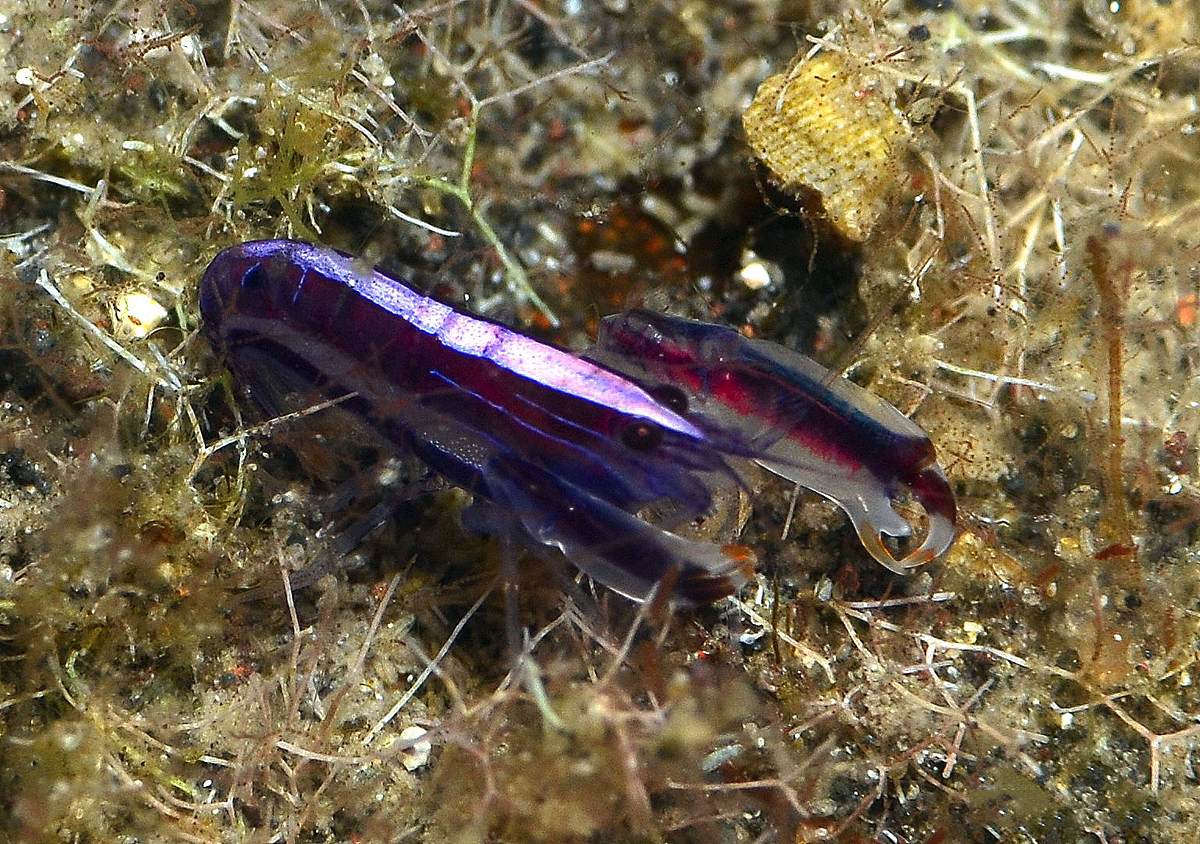
Arete indicus
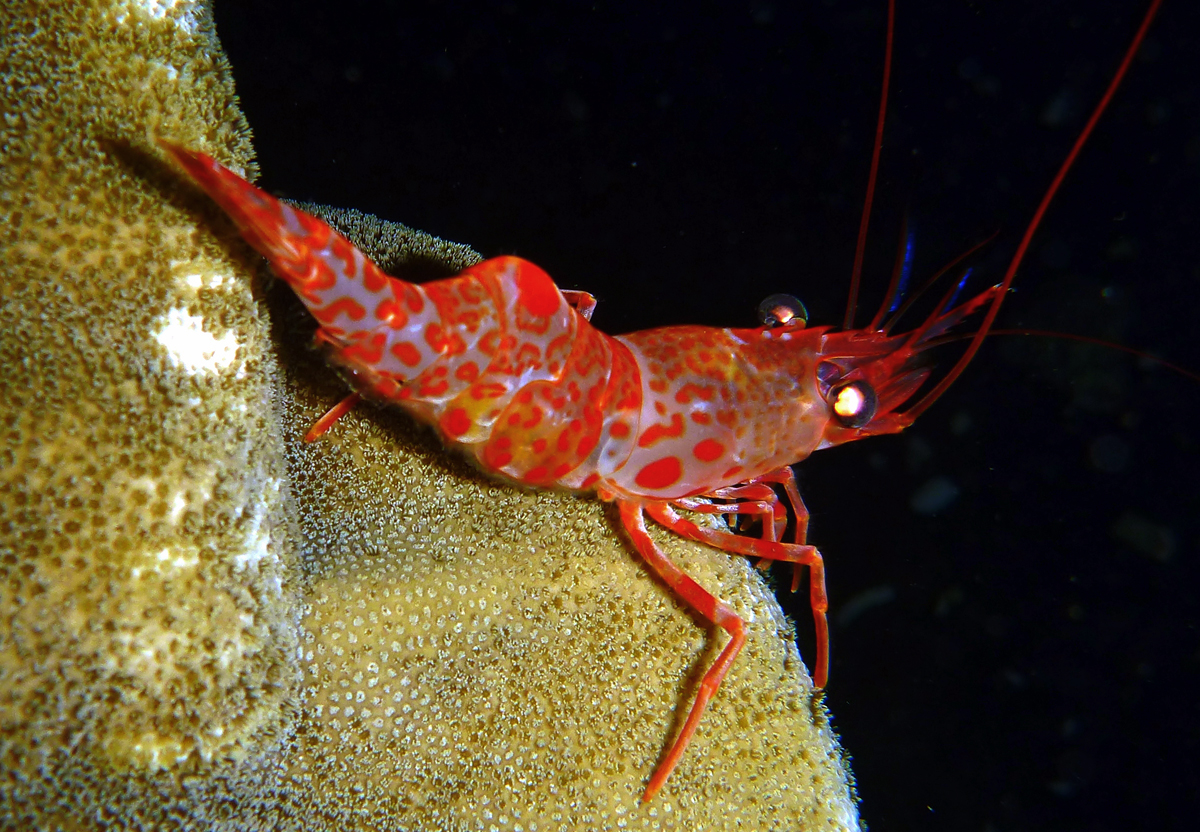
Cinetorhynchus erythrostictus
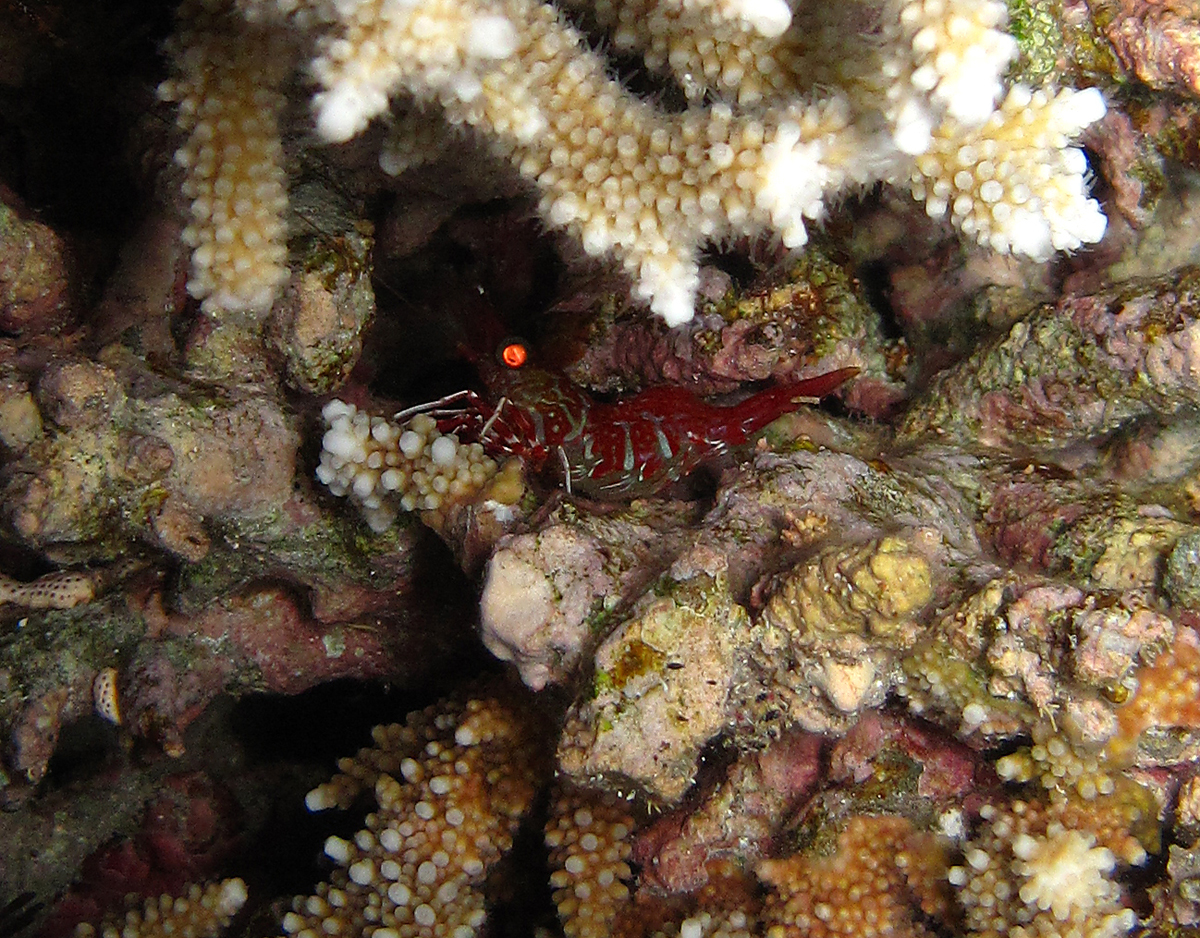
Cinetorhynchus hendersoni forme rouge
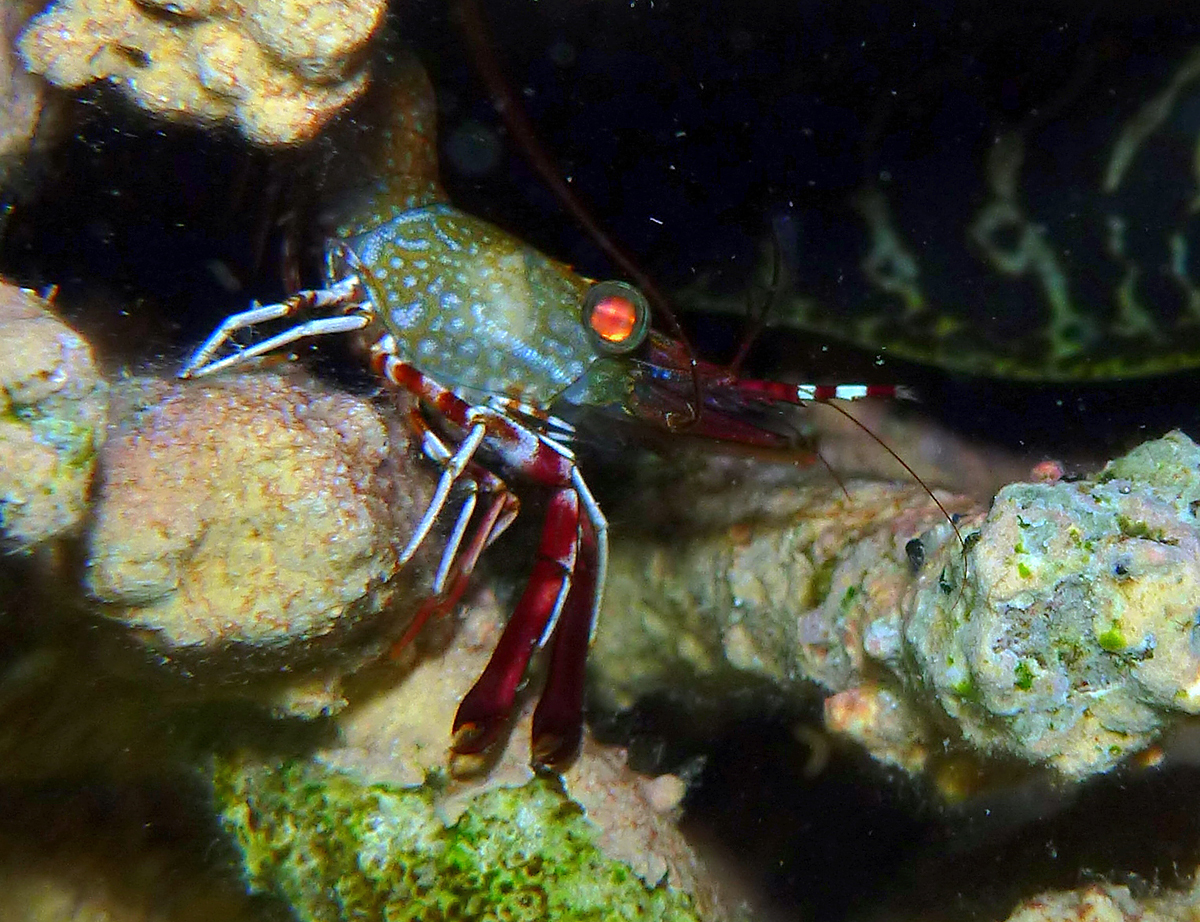
Cinetorhynchus hendersoni forme verte?
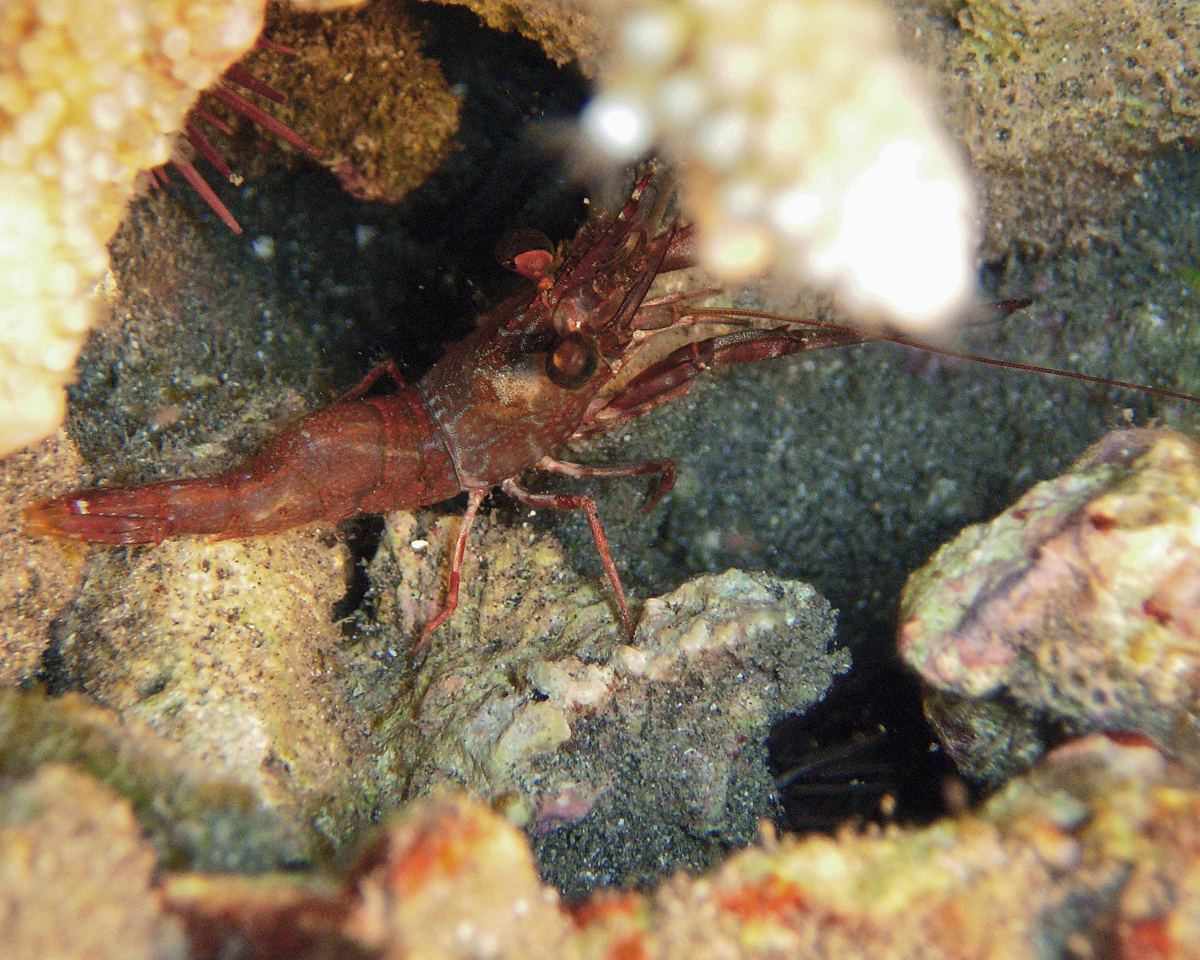
Une crevette de la famille des Rhynchocinetidae
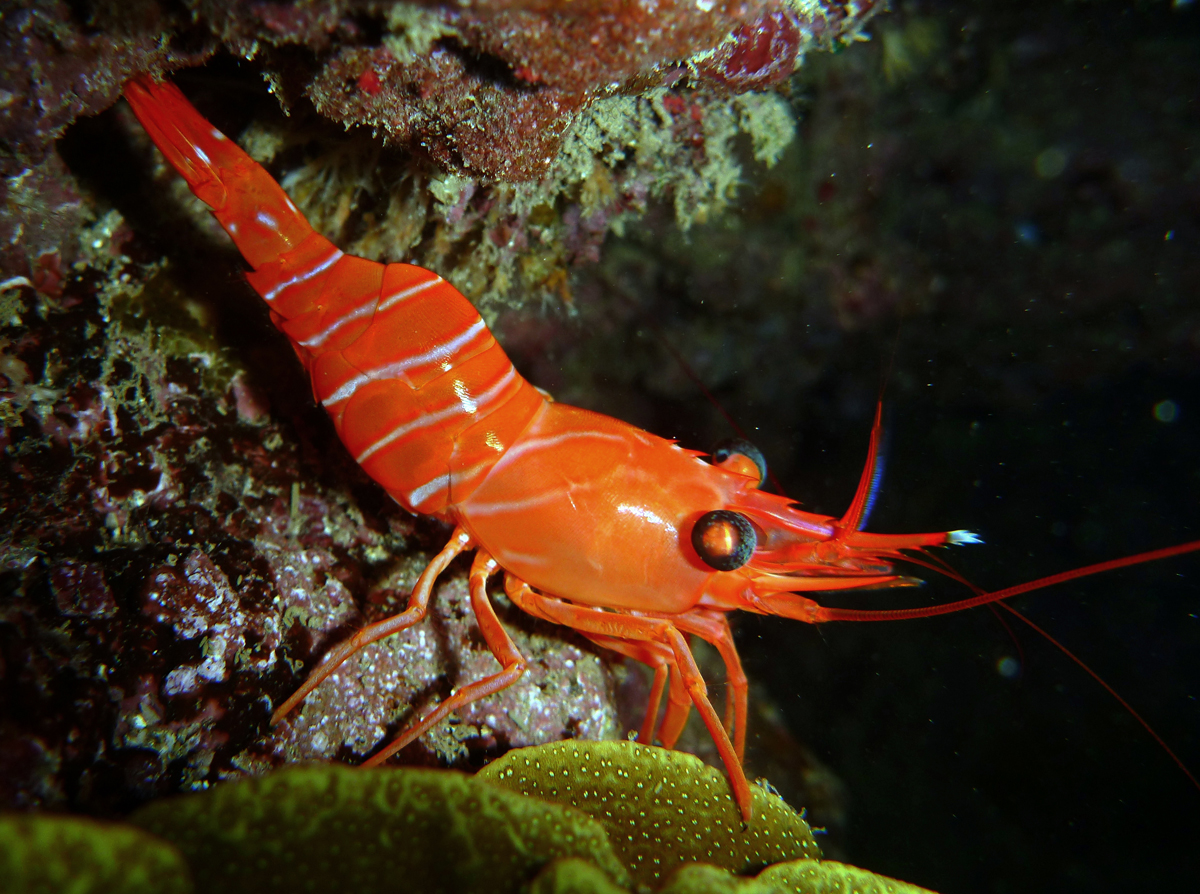
Cinetorhynchus cf. hiatti
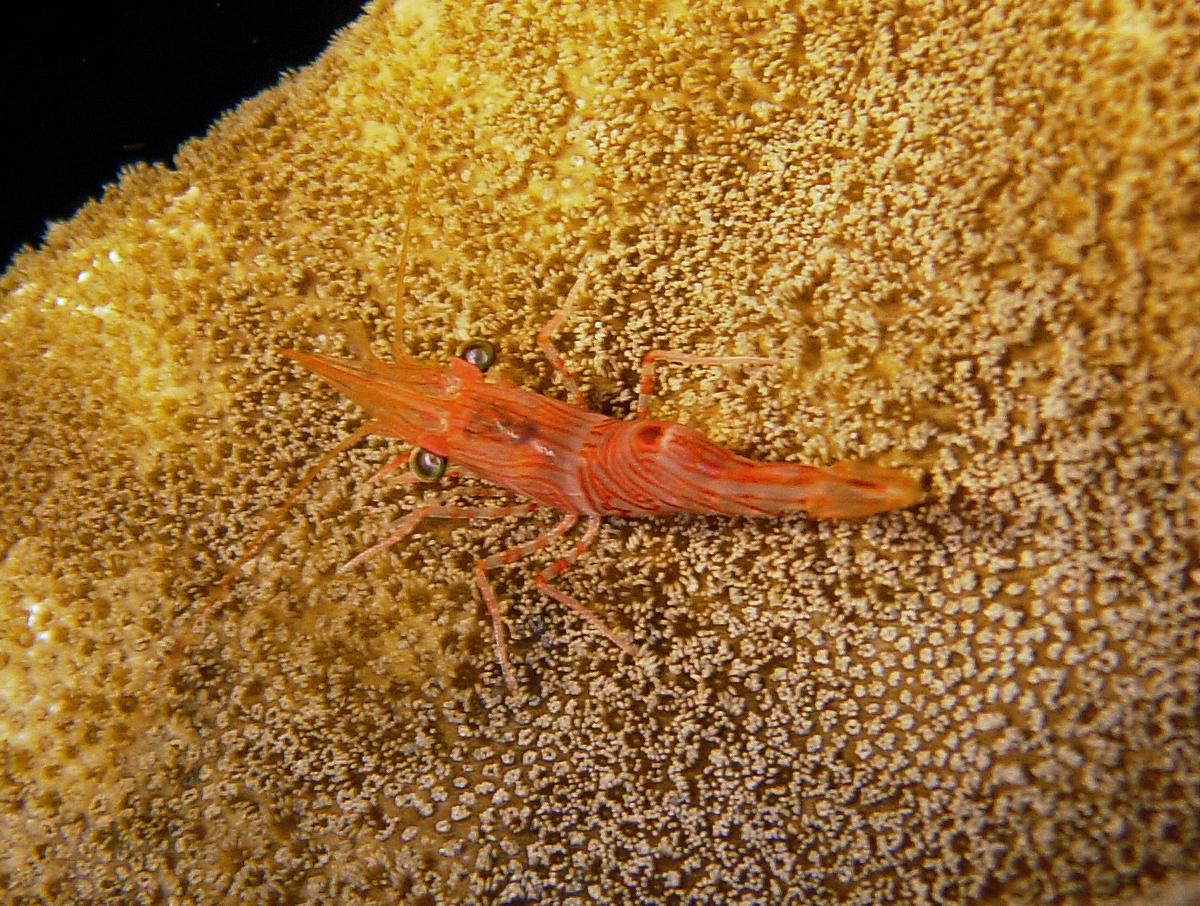
Rhynchocinetes conspiciocellus?
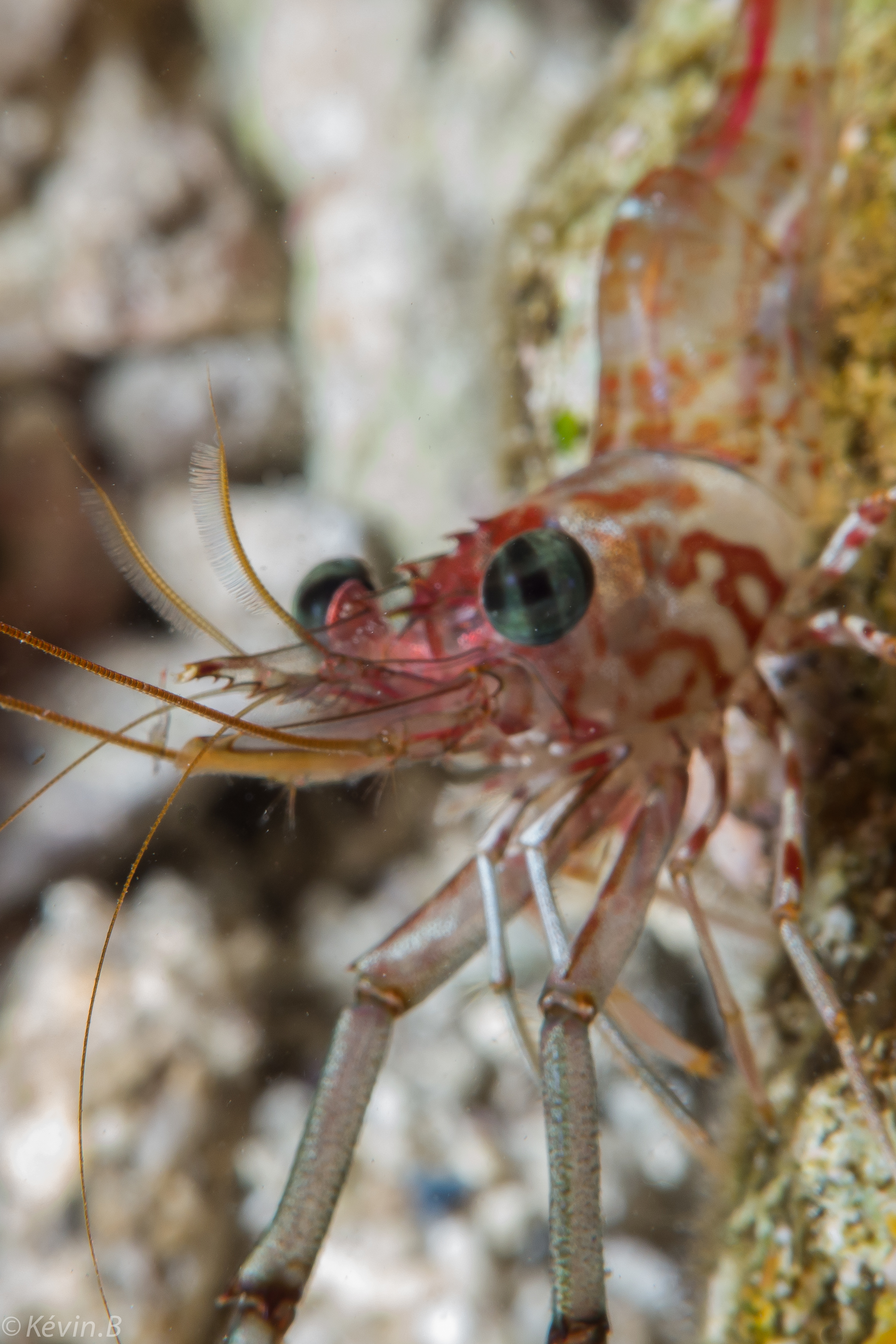
Une crevette danseuse aux yeux verts (Cinetorhynchus reticulatus)
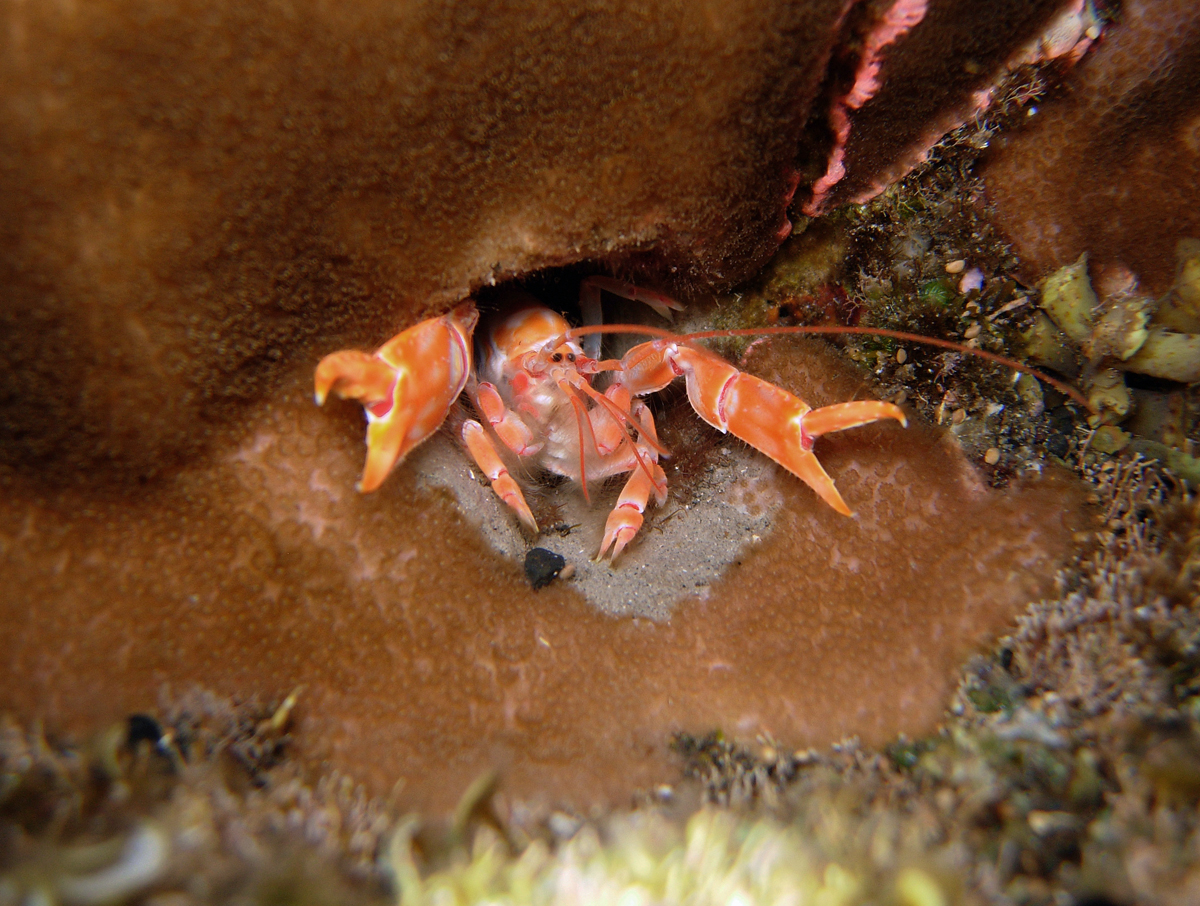
Neaxius acanthus
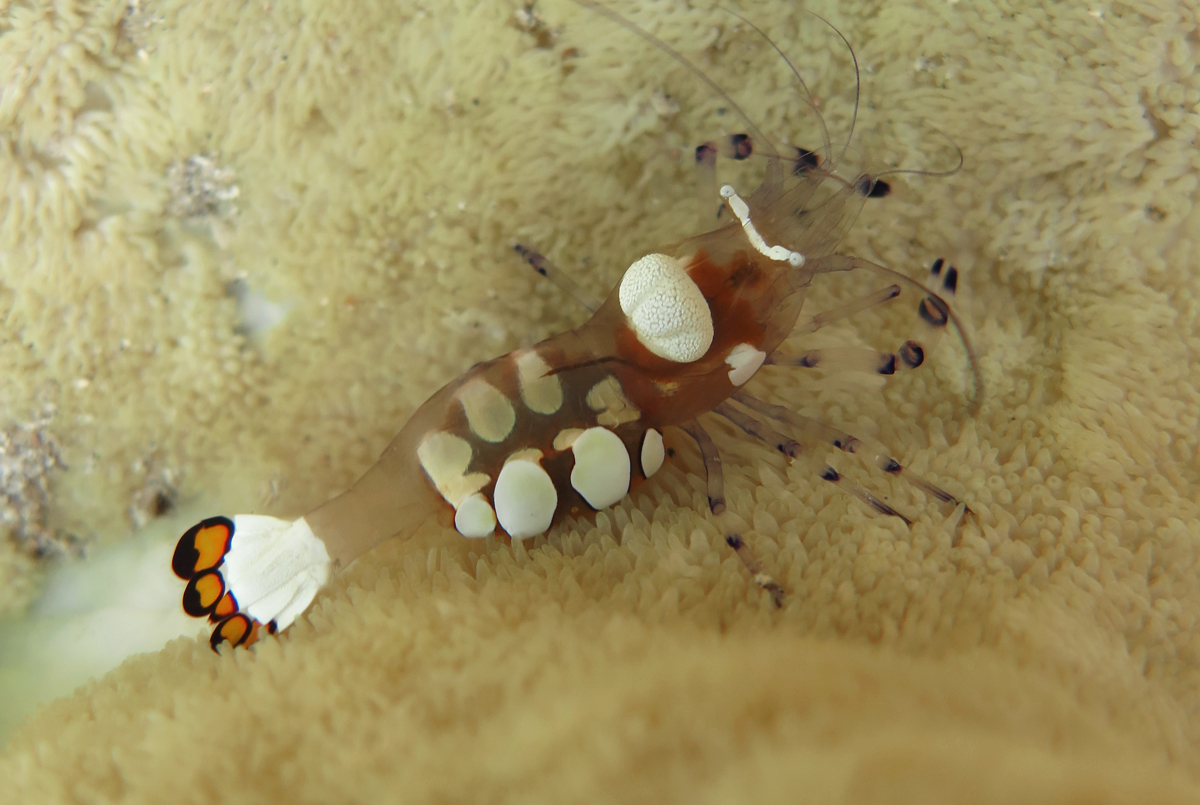
Ancylocaris brevicarpalis
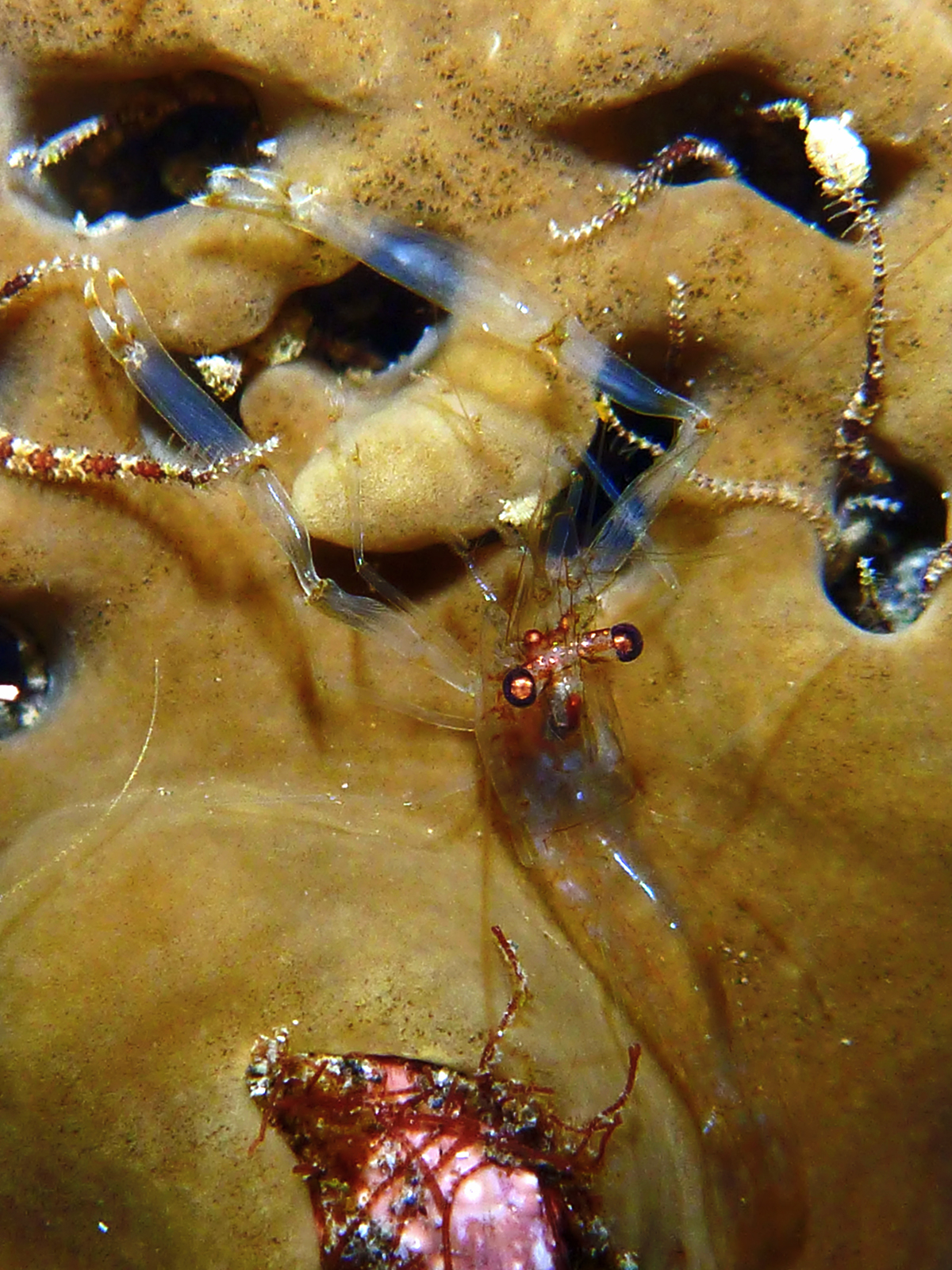
Cuapetes sp. (peut-être C. elegans ?)?
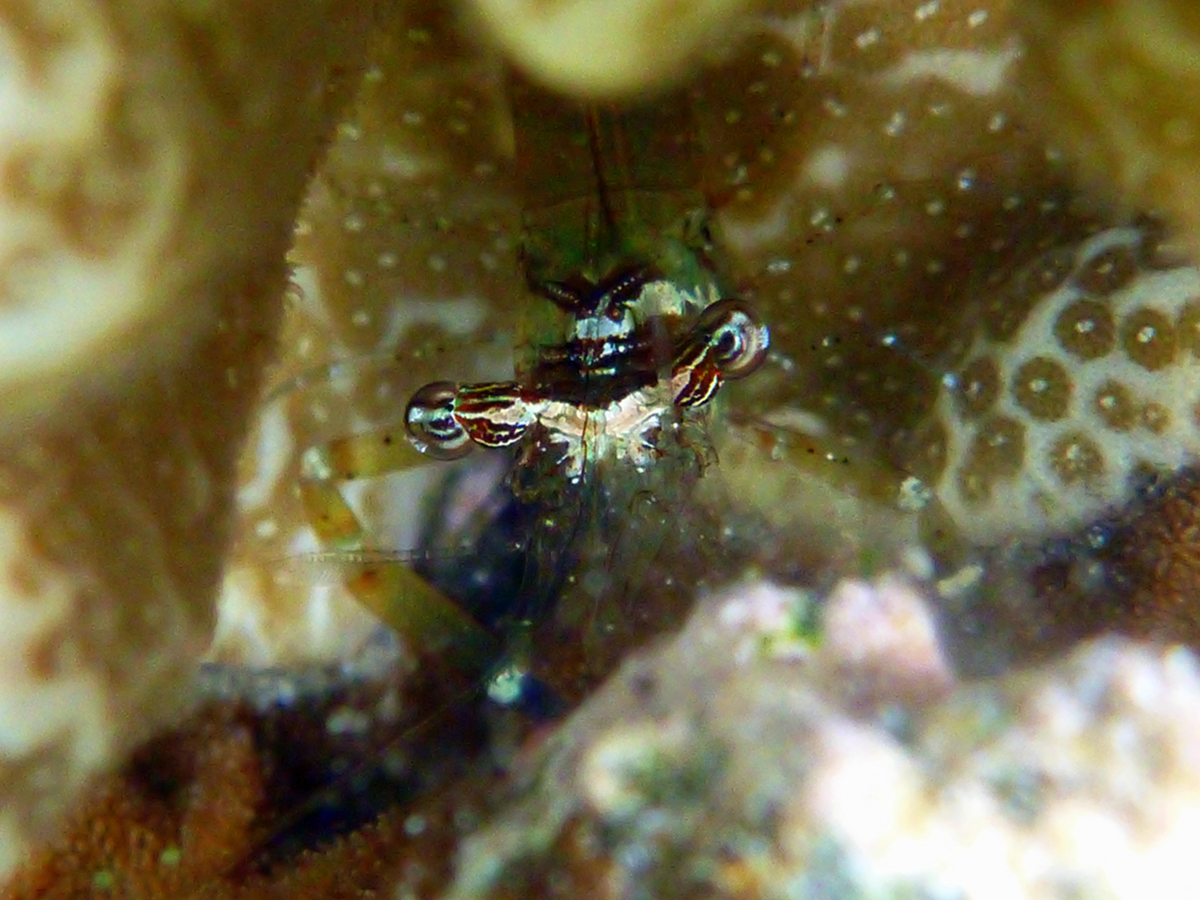
Periclimenella spinifera
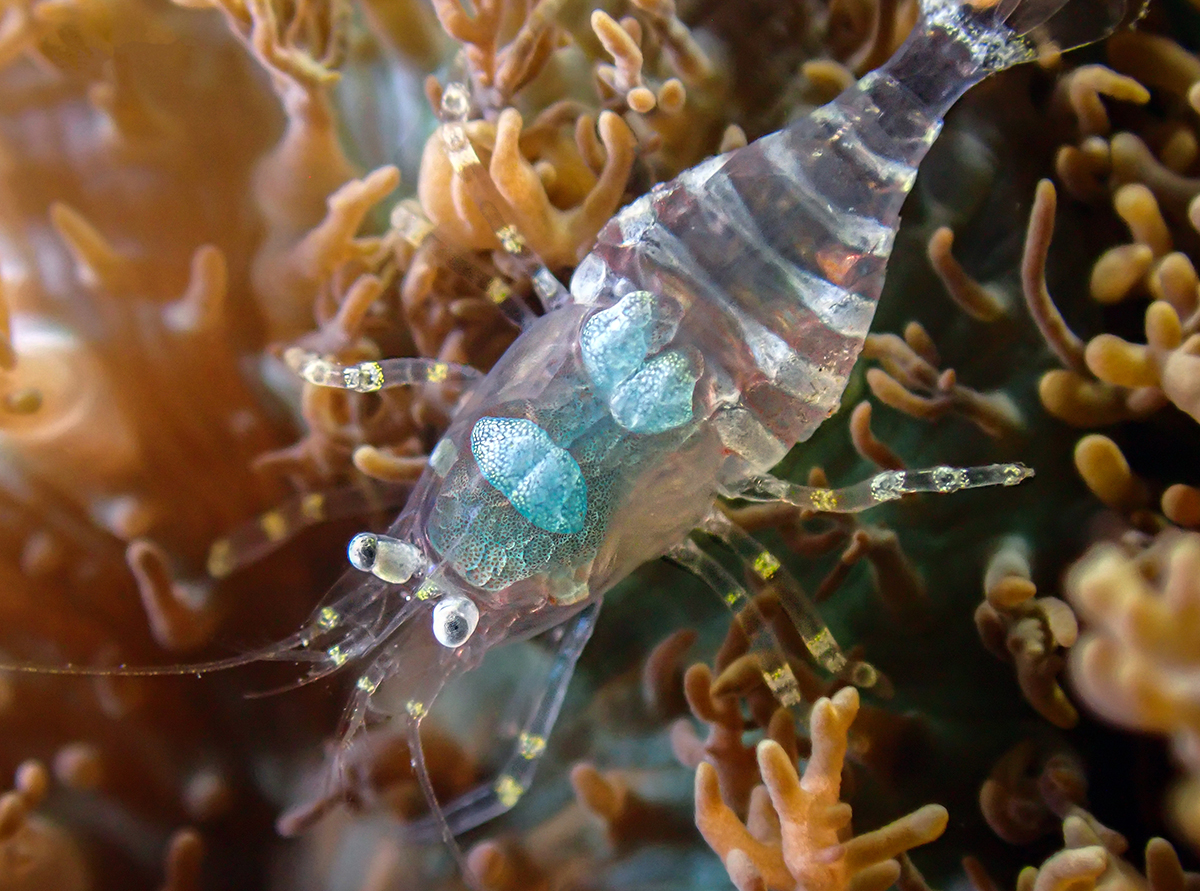
Pliopontonia furtiva?
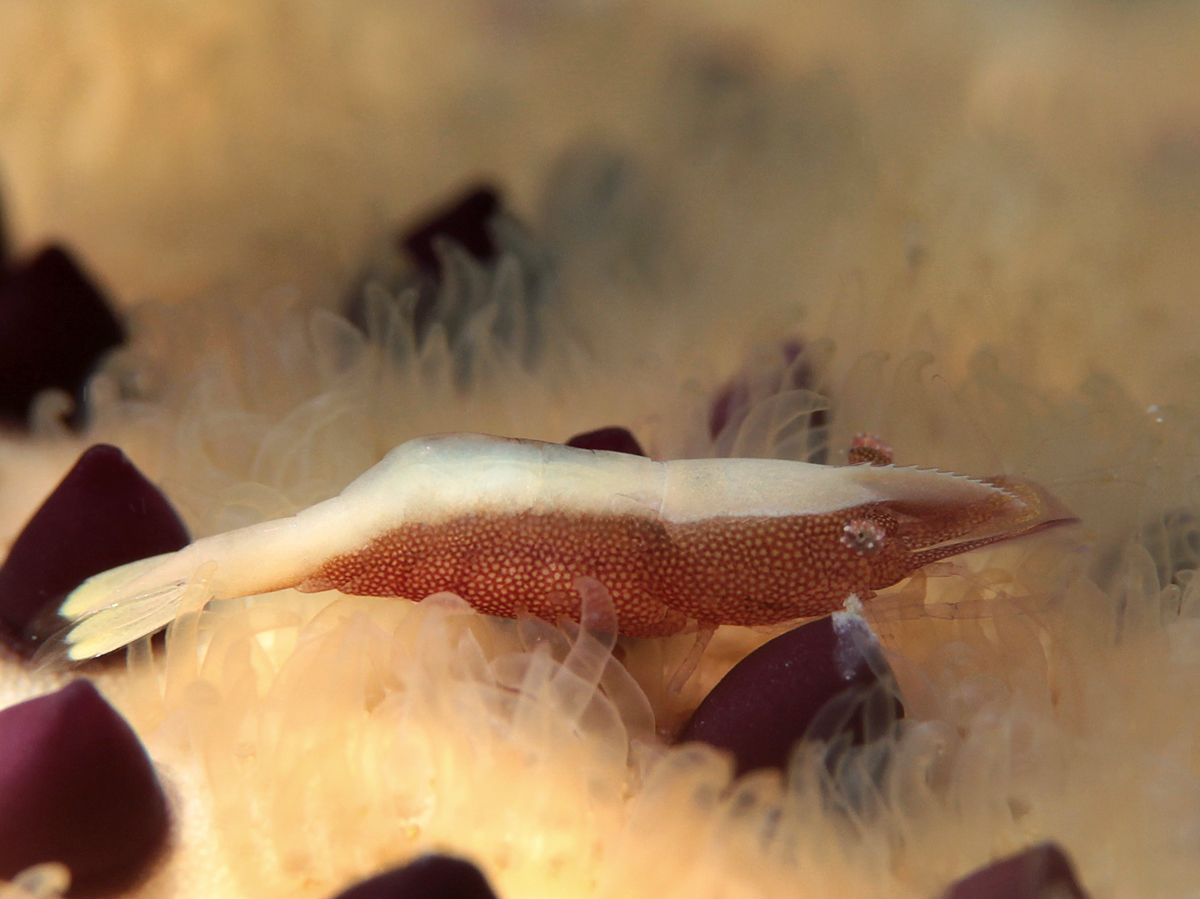
Crevette des astérides (Zenopontonia soror) sur une étoile-coussin.
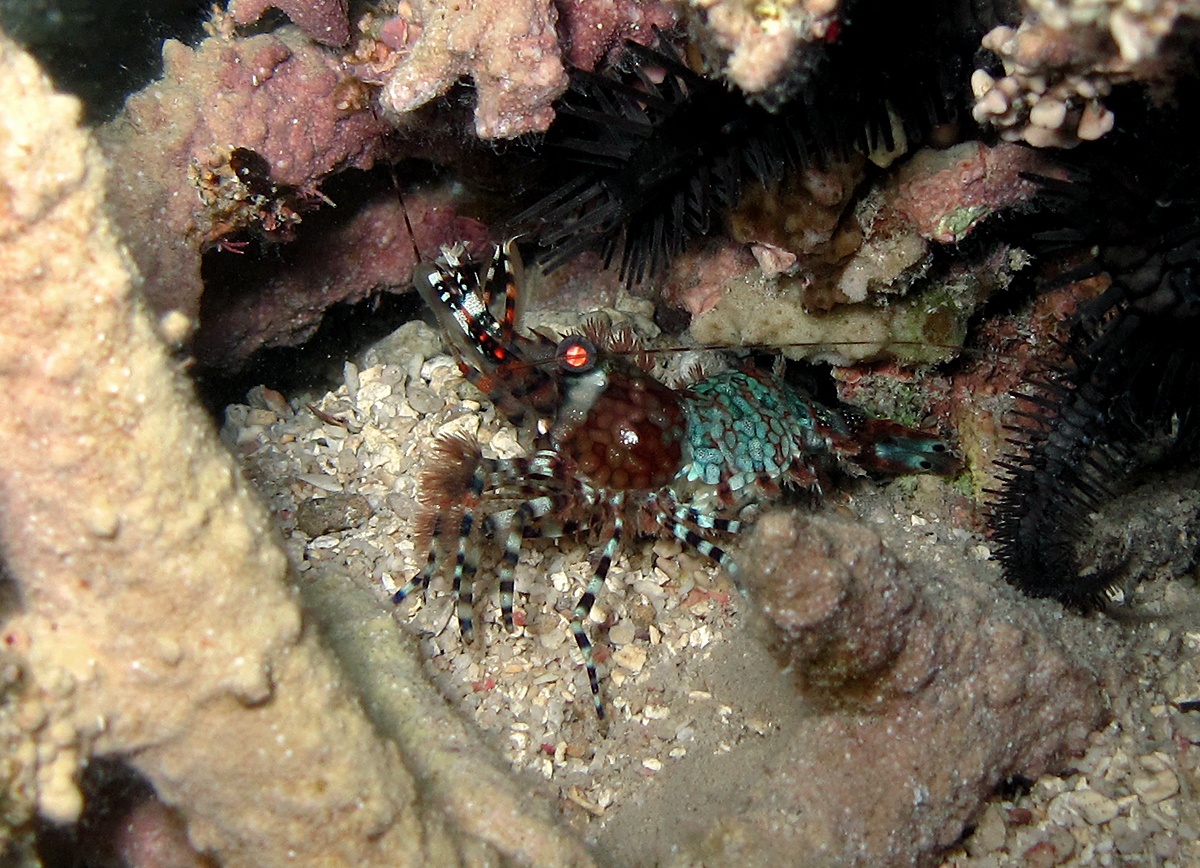
Crevette marbrée (Saron marmoratus) femelle, de nuit.
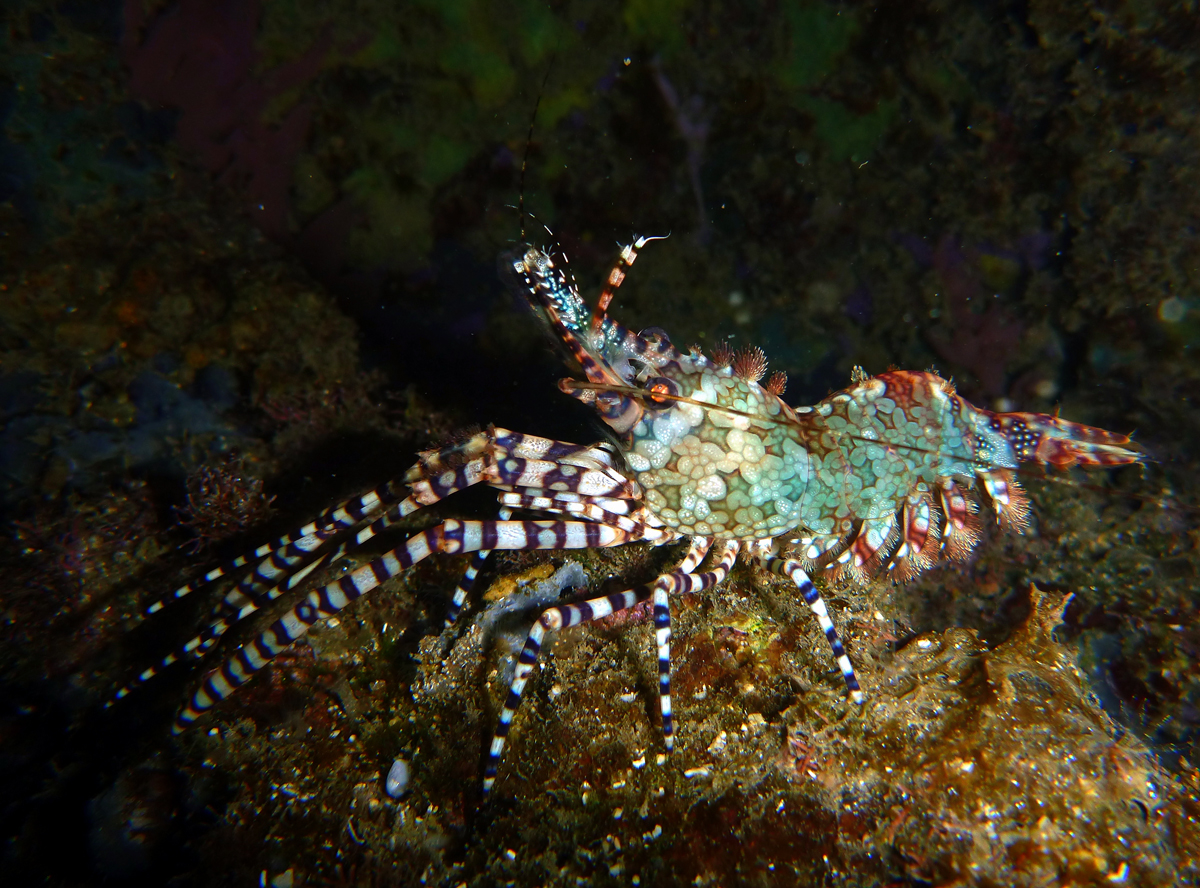
Crevette marbrée (Saron marmoratus) mâle, de nuit.
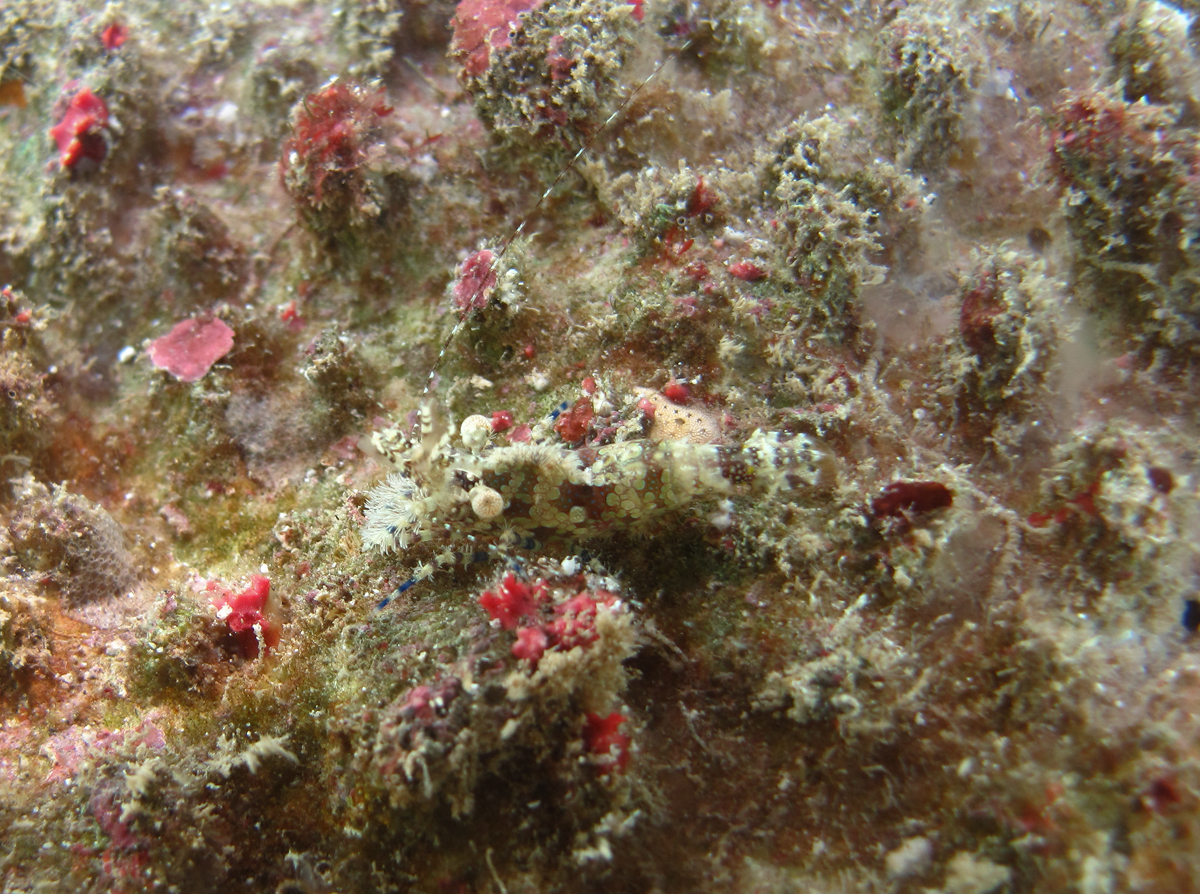
Membre du complexe Saron neglectus
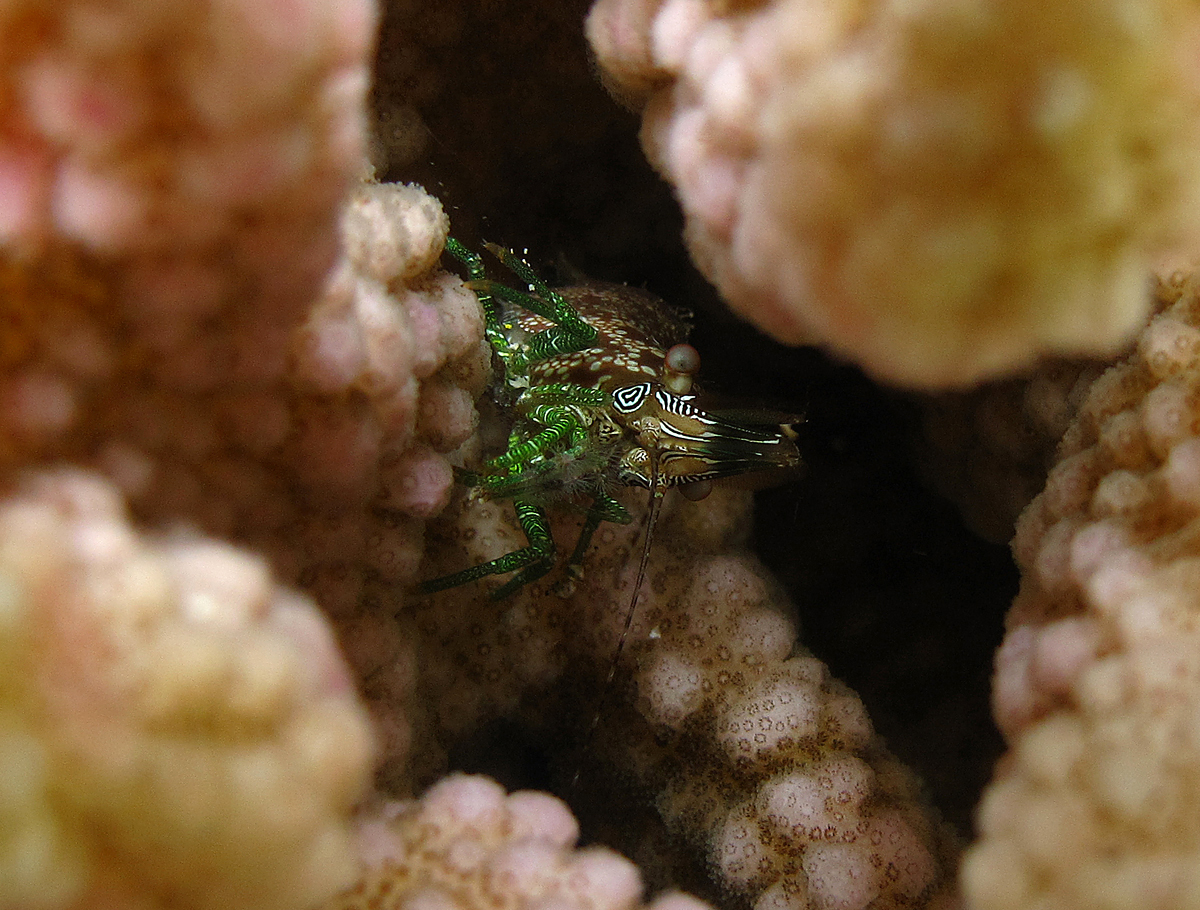
Variation de S. neglectus
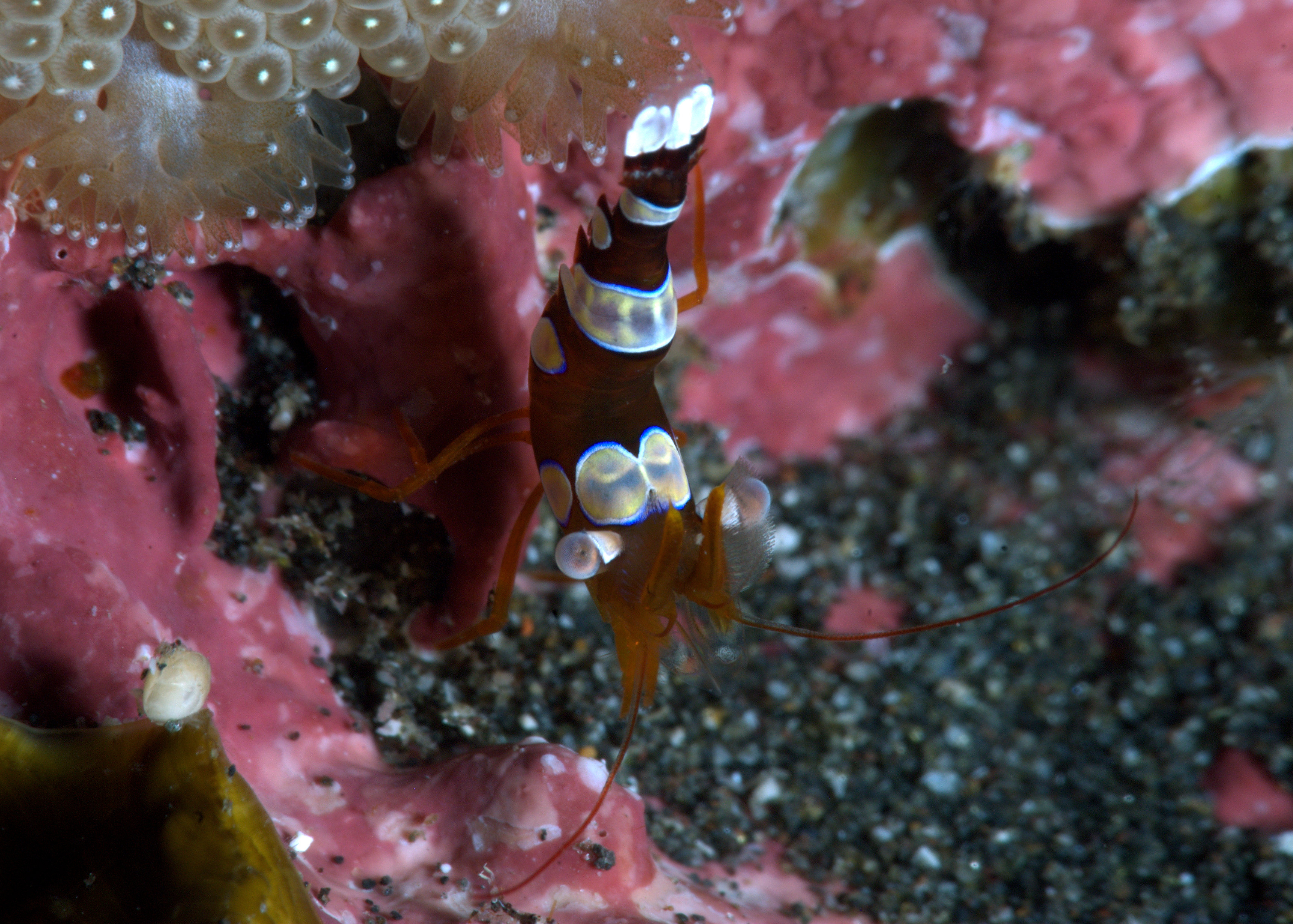
Crevette sexy (Thor amboinensis)
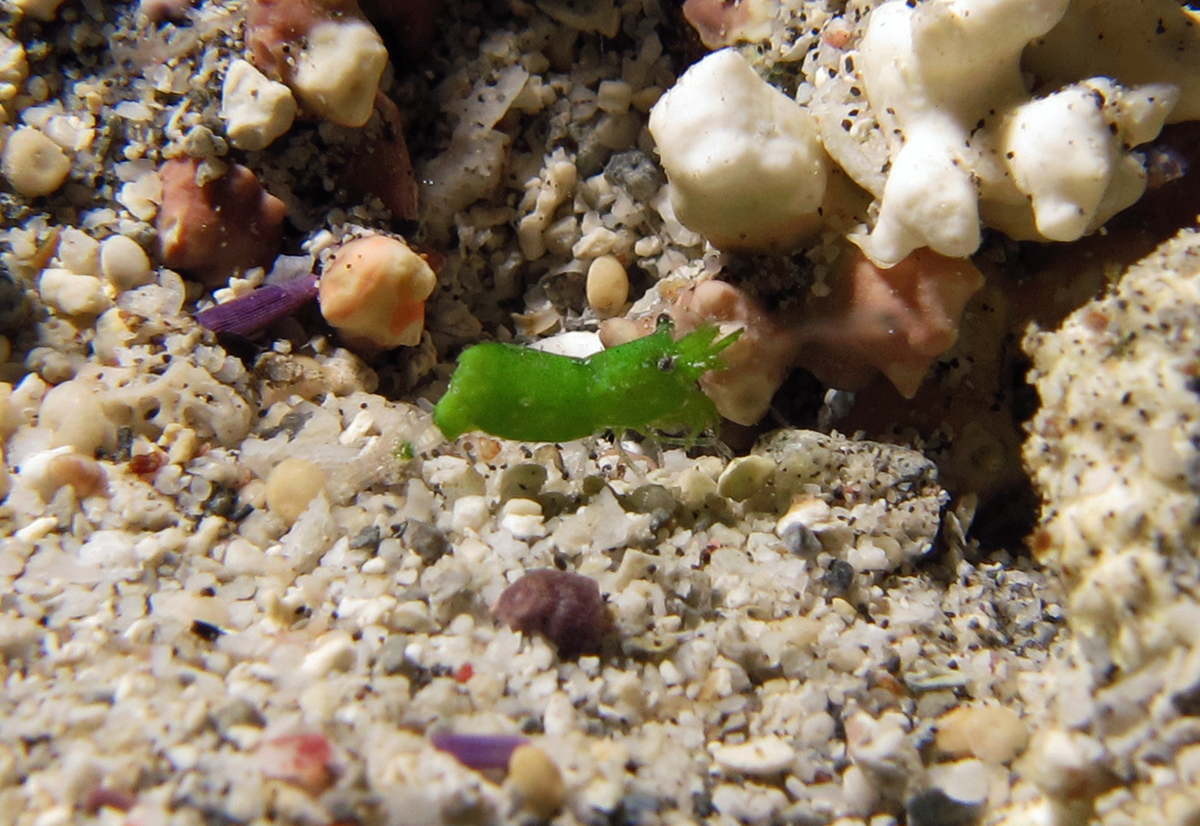
Une crevette de la famille des Hippolytidae
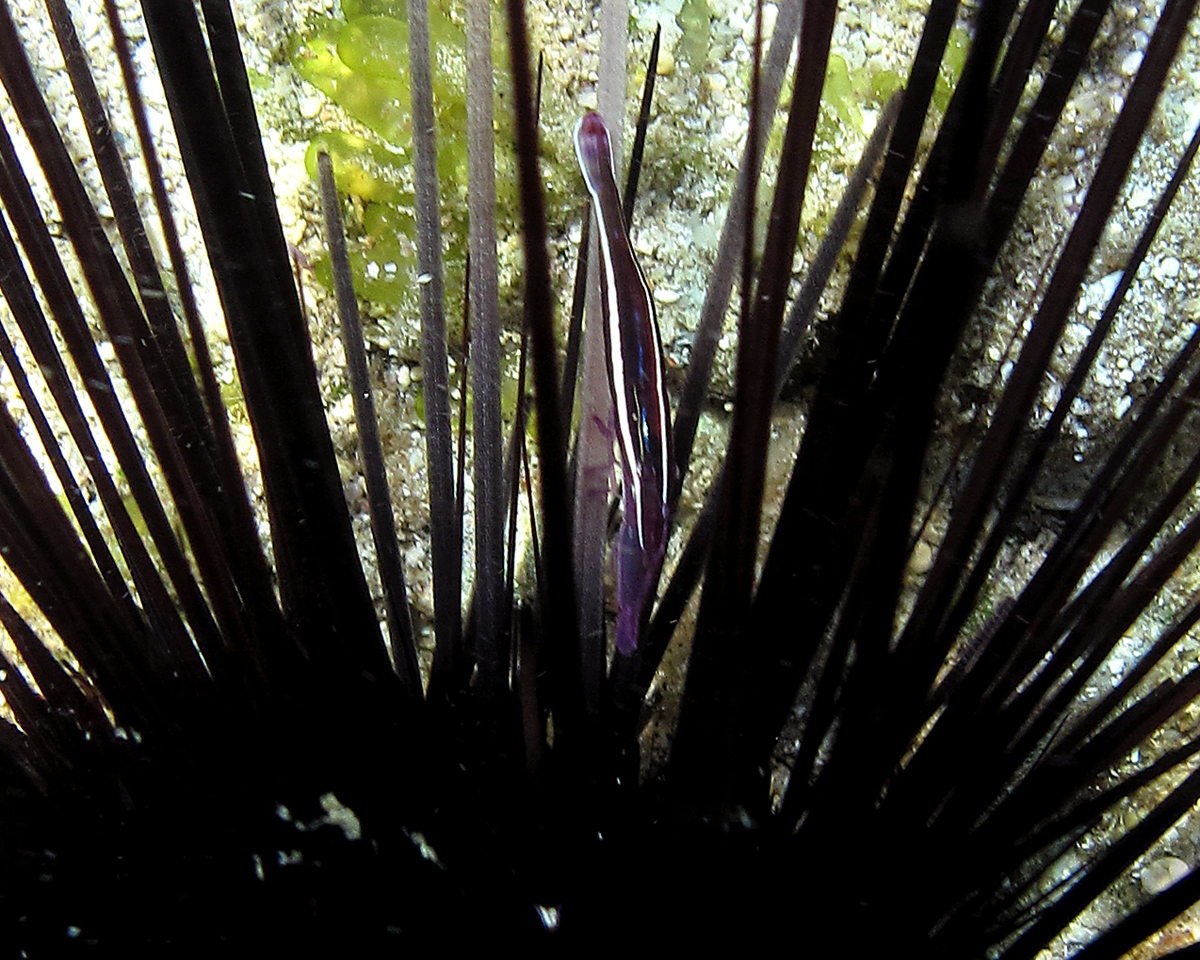
Crevette des oursins (Stegopontonia commensalis) sur un Diadema
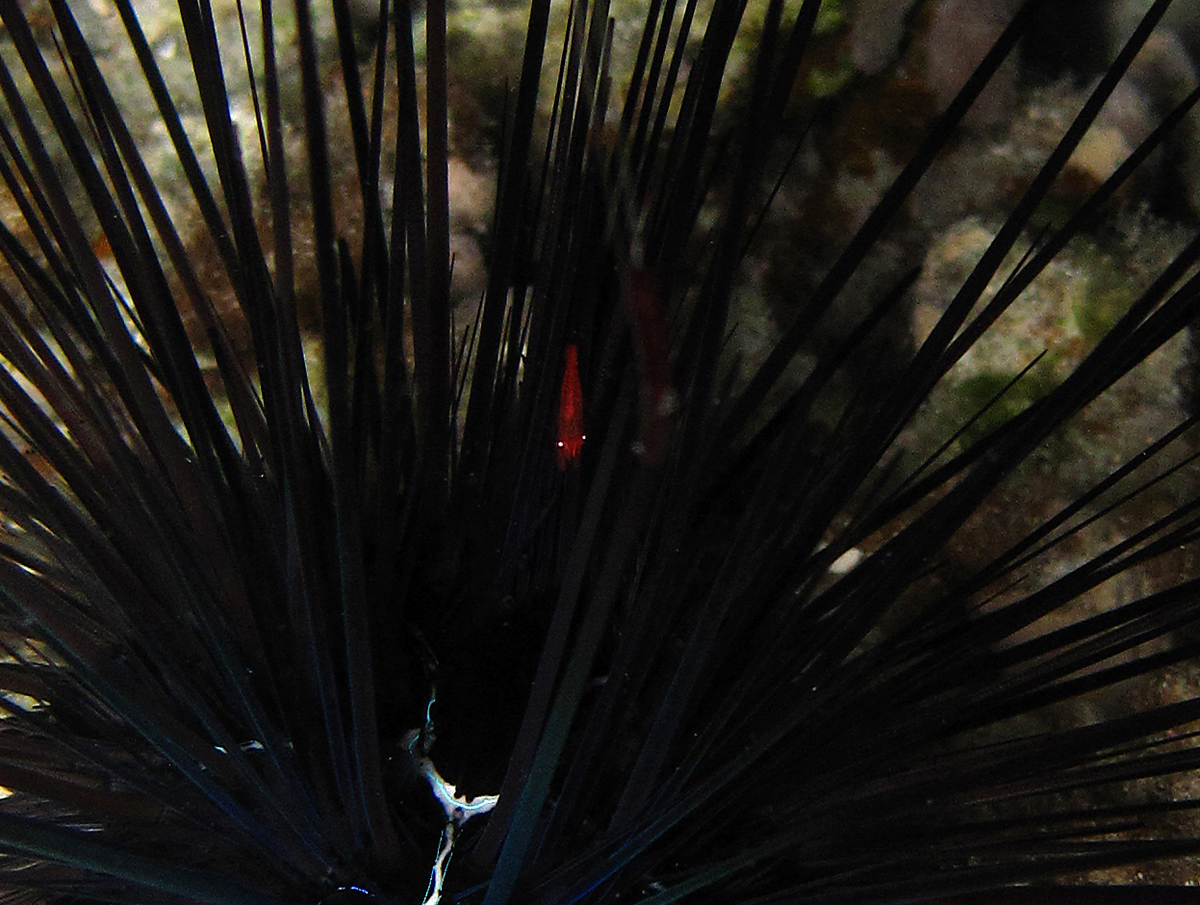
Tuleariocaris holthuisi? sur un Diadema savignyi
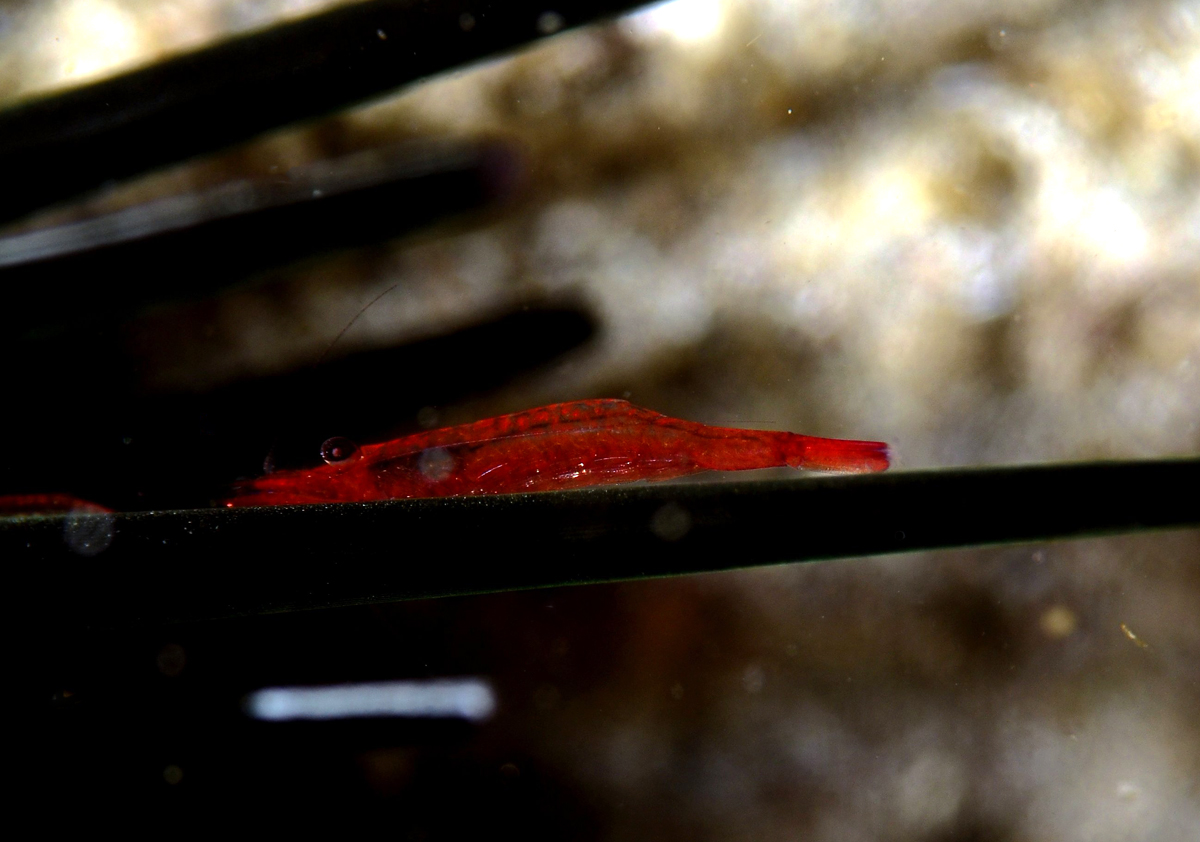
Tuleariocaris zanzibarica?
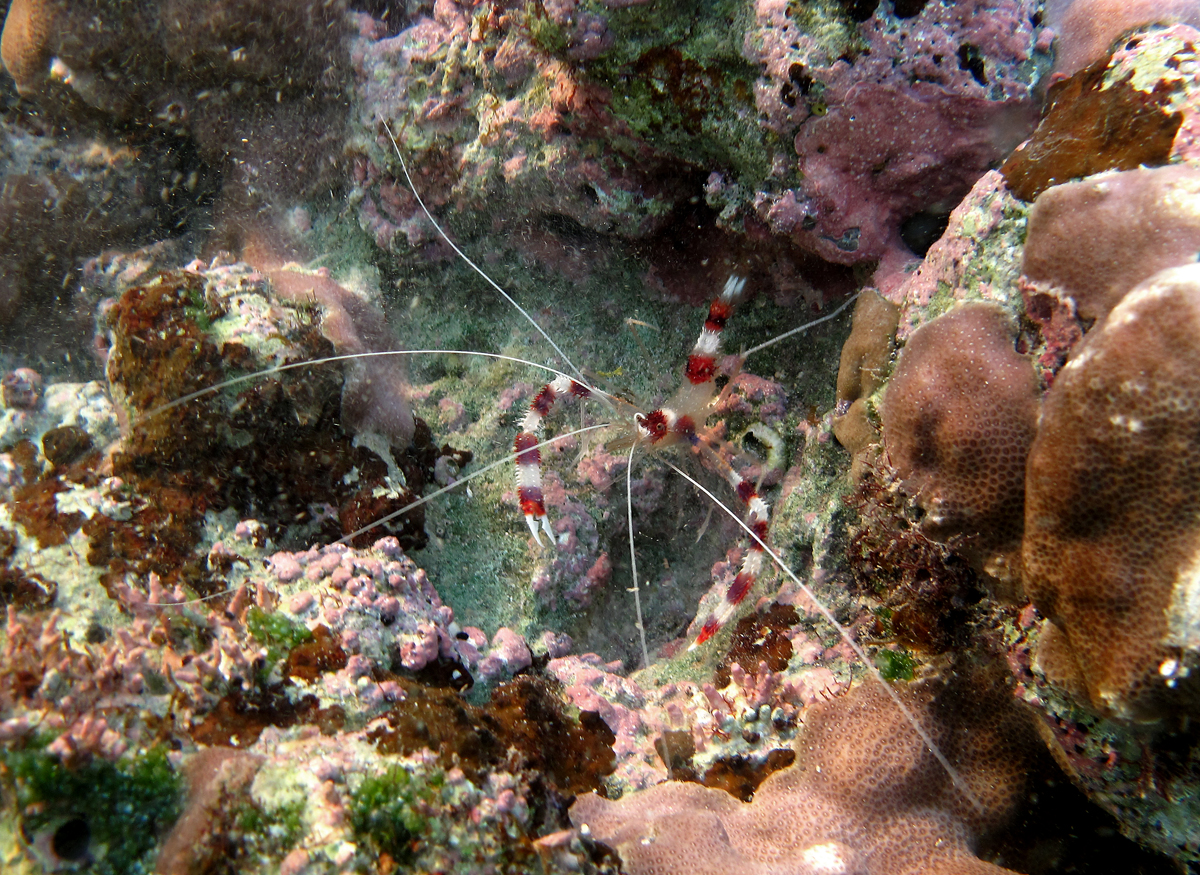
Grande crevette nettoyeuse (Stenopus hispidus)
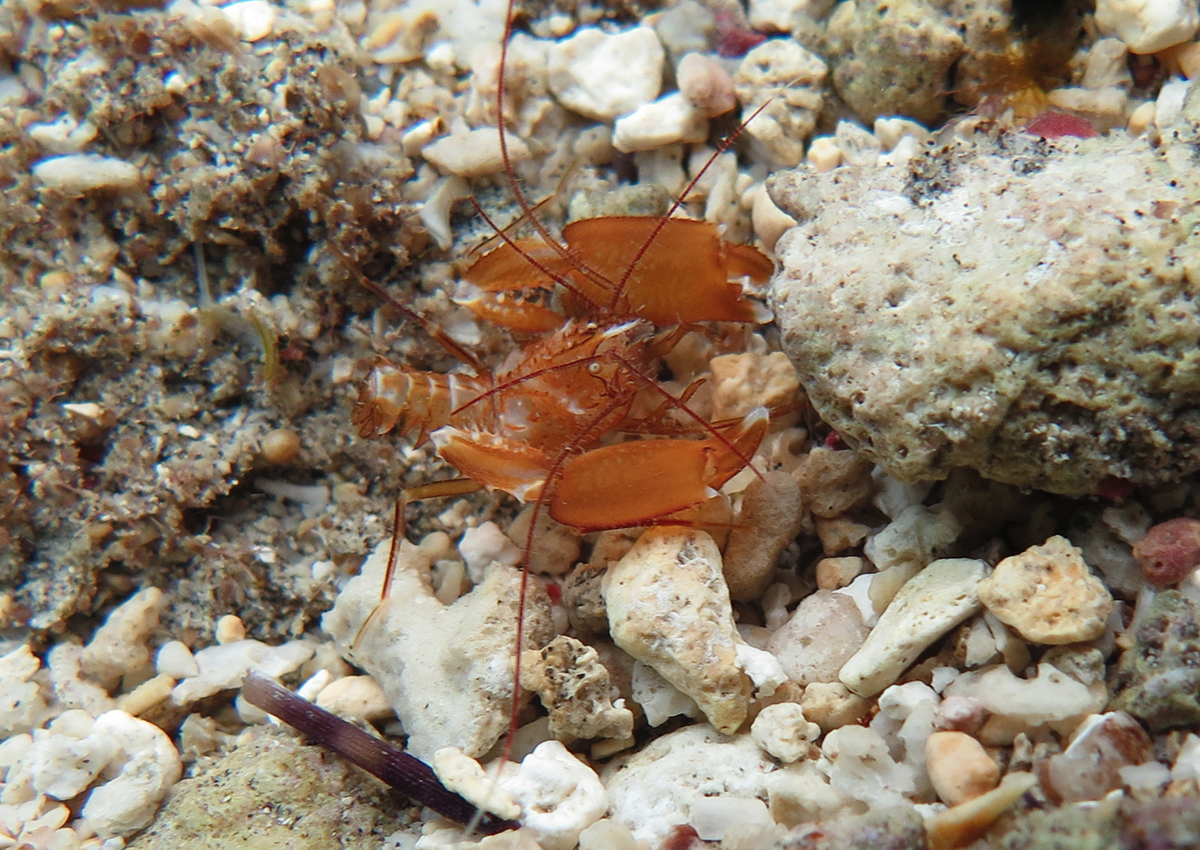
Microprosthema validum
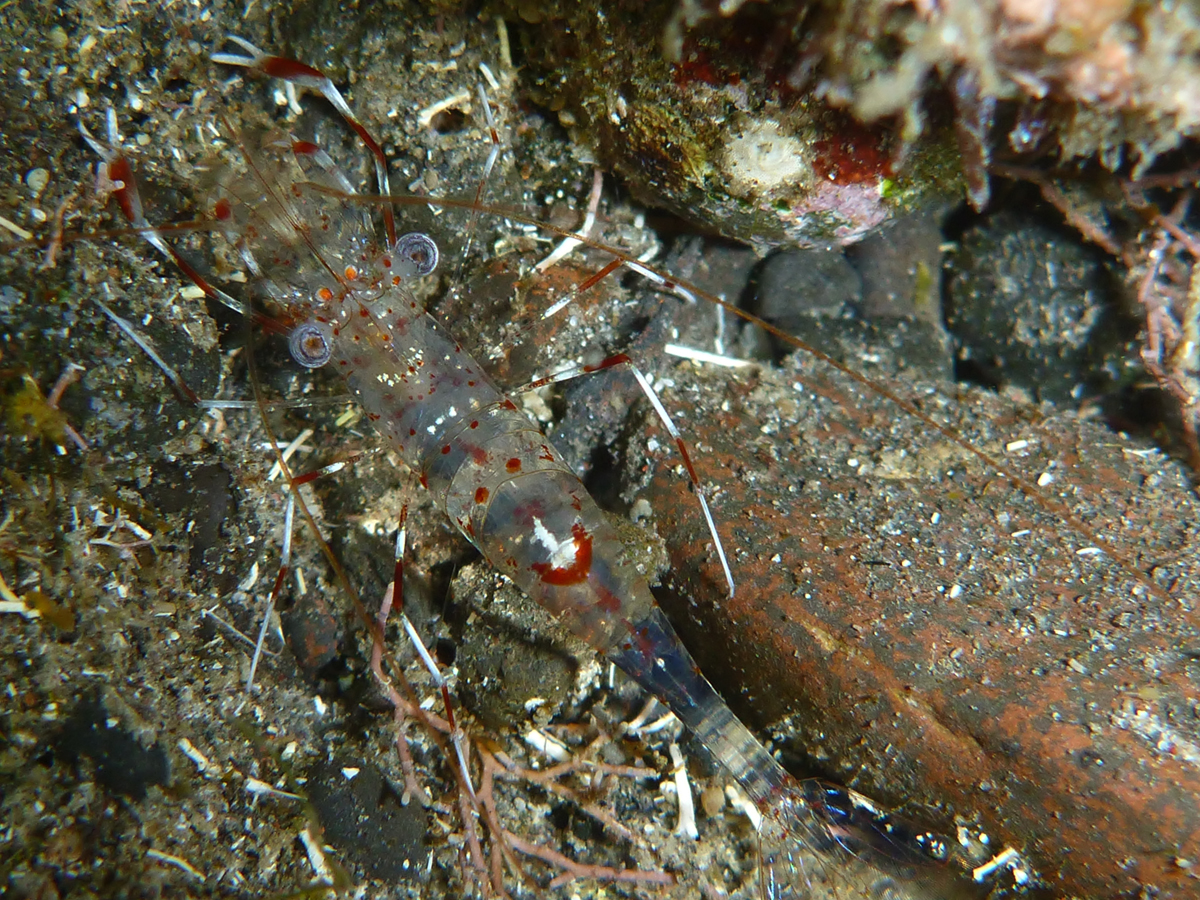
Crevette nettoyeuse de Bruun (Urocaridella antonbruunii)
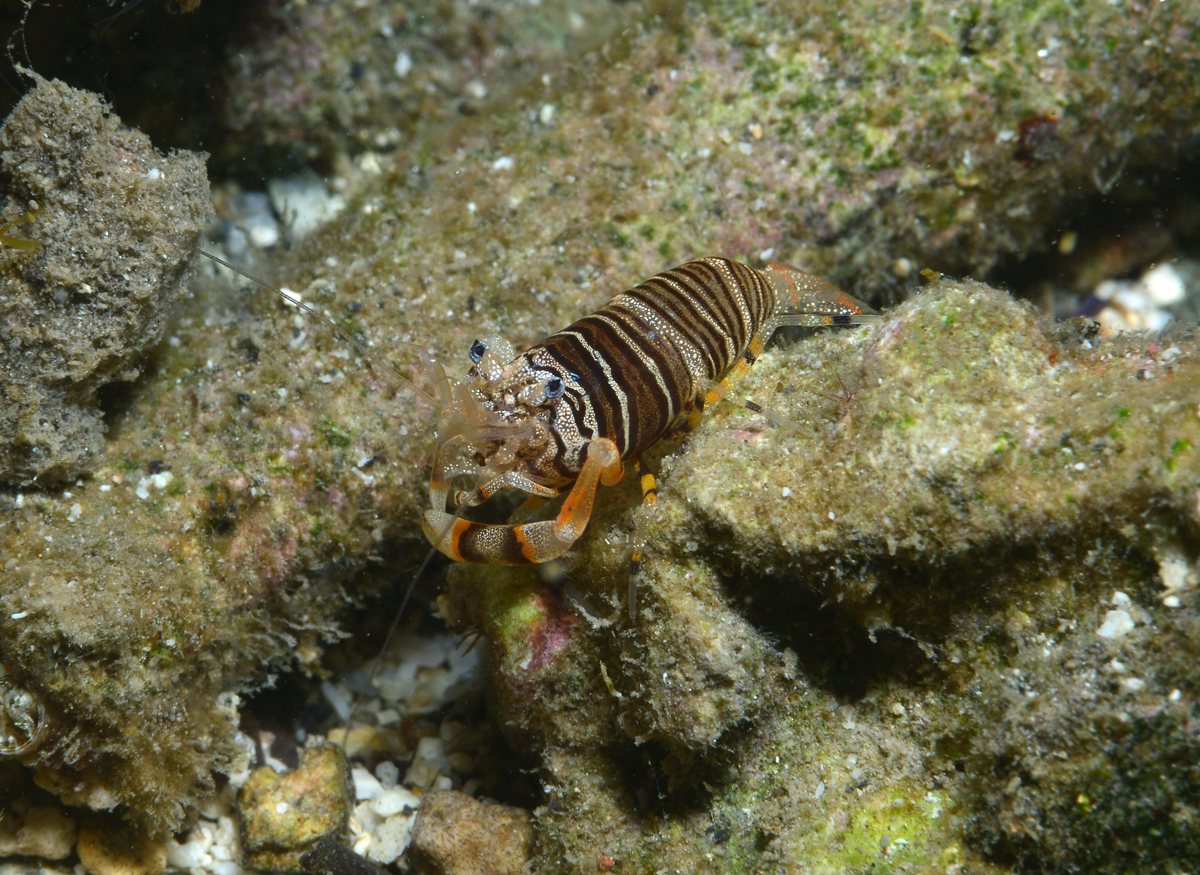
Crevette bourdon (Gnathophyllum americanum)
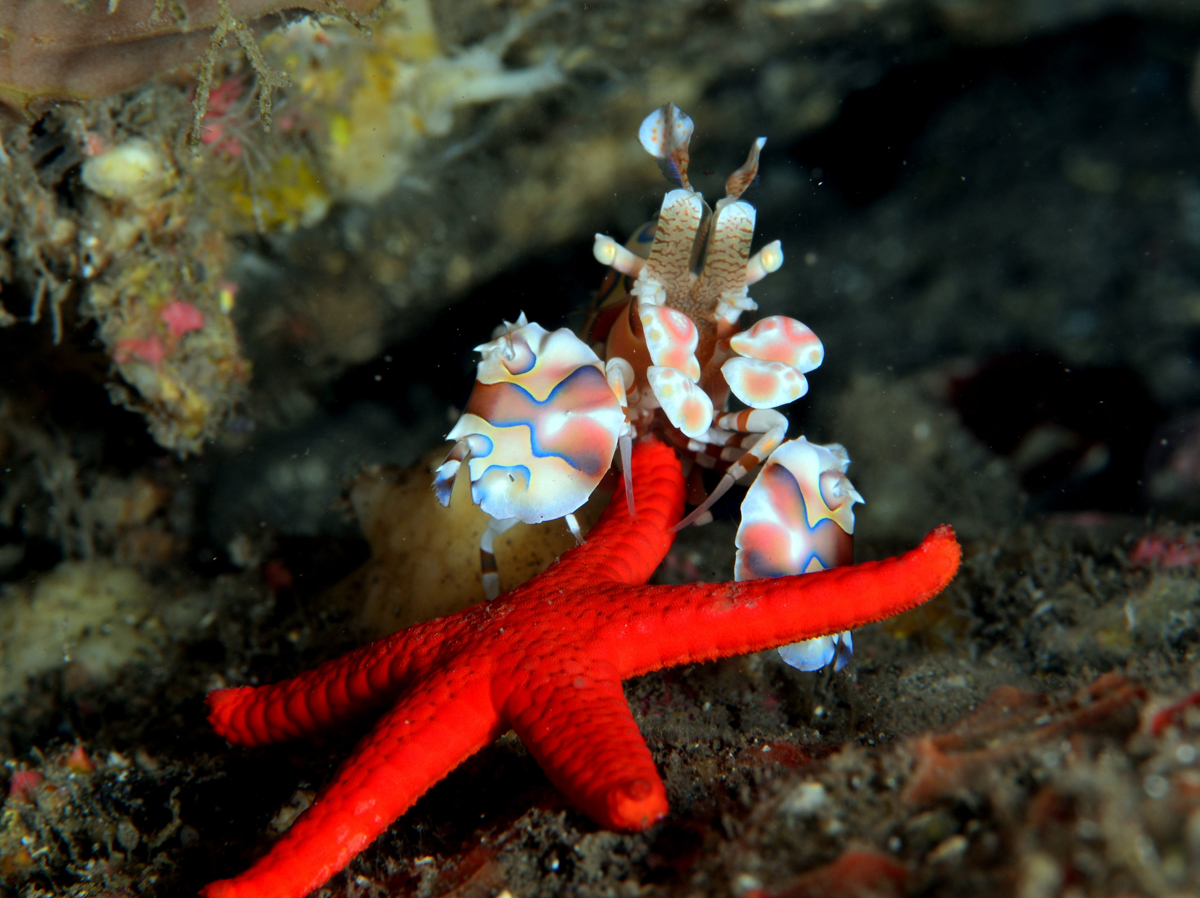
Une crevette Arlequin (Hymenocera picta) en train de retourner une étoile de mer rouge poreuse (Fromia milleporella) pour la dévorer
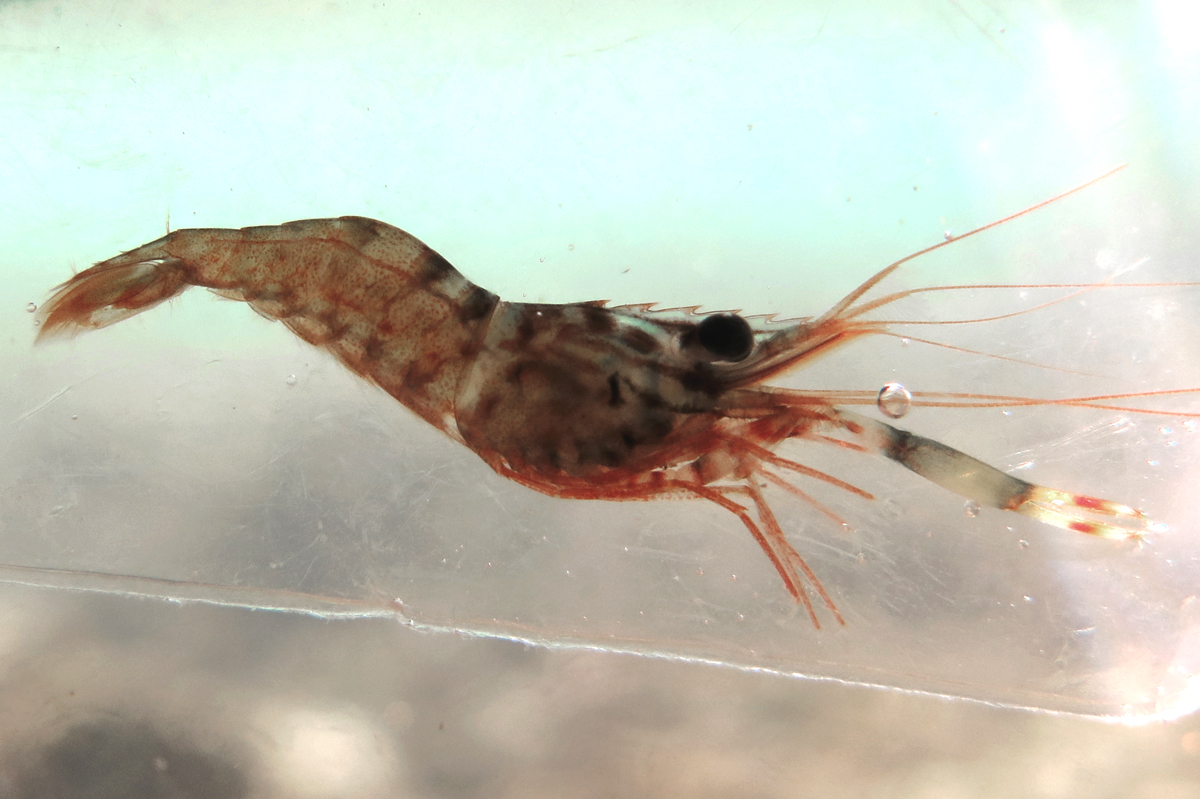
Brachycarpus biunguiculatus
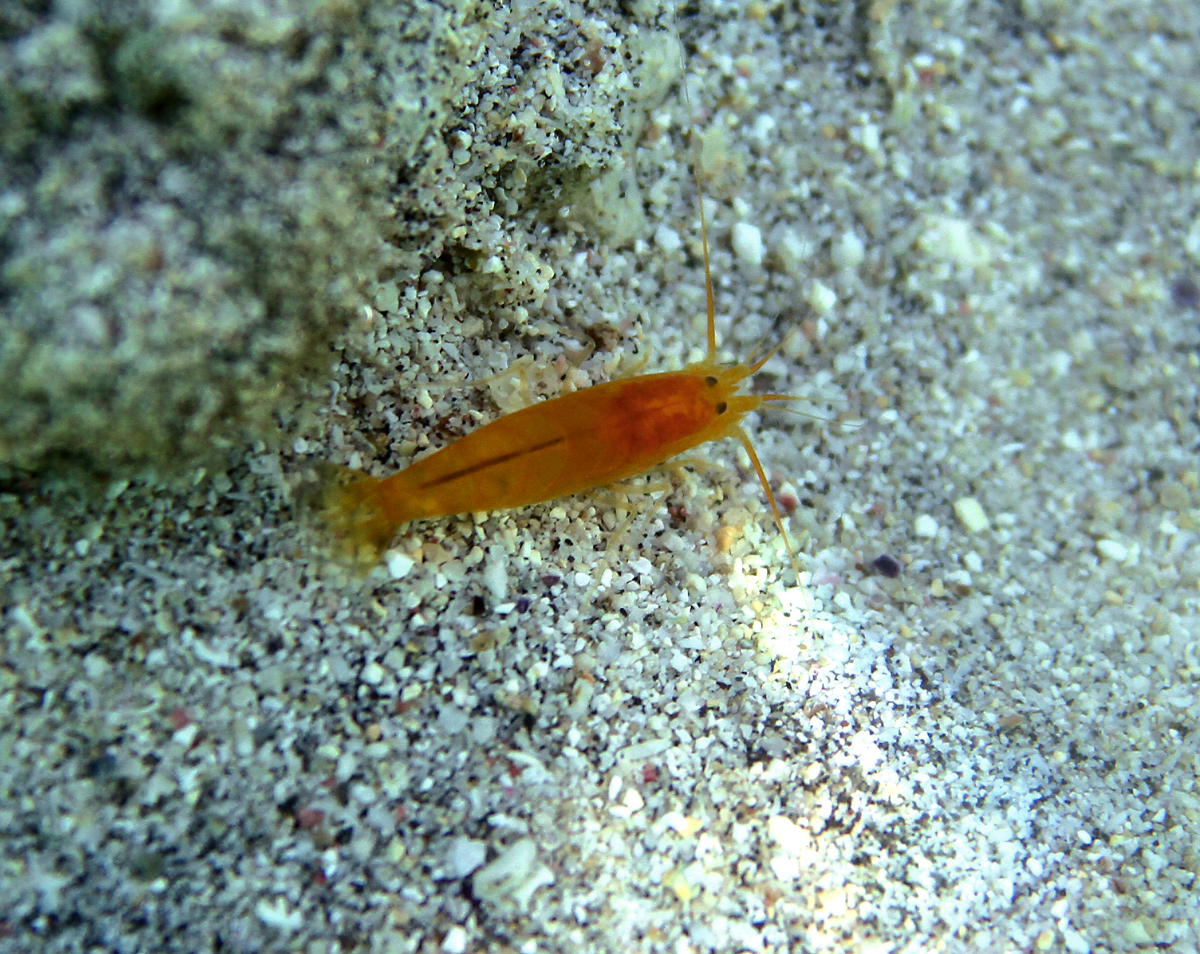
Une crevette du genre Salmoneus (peut-être S. serratidigitus)
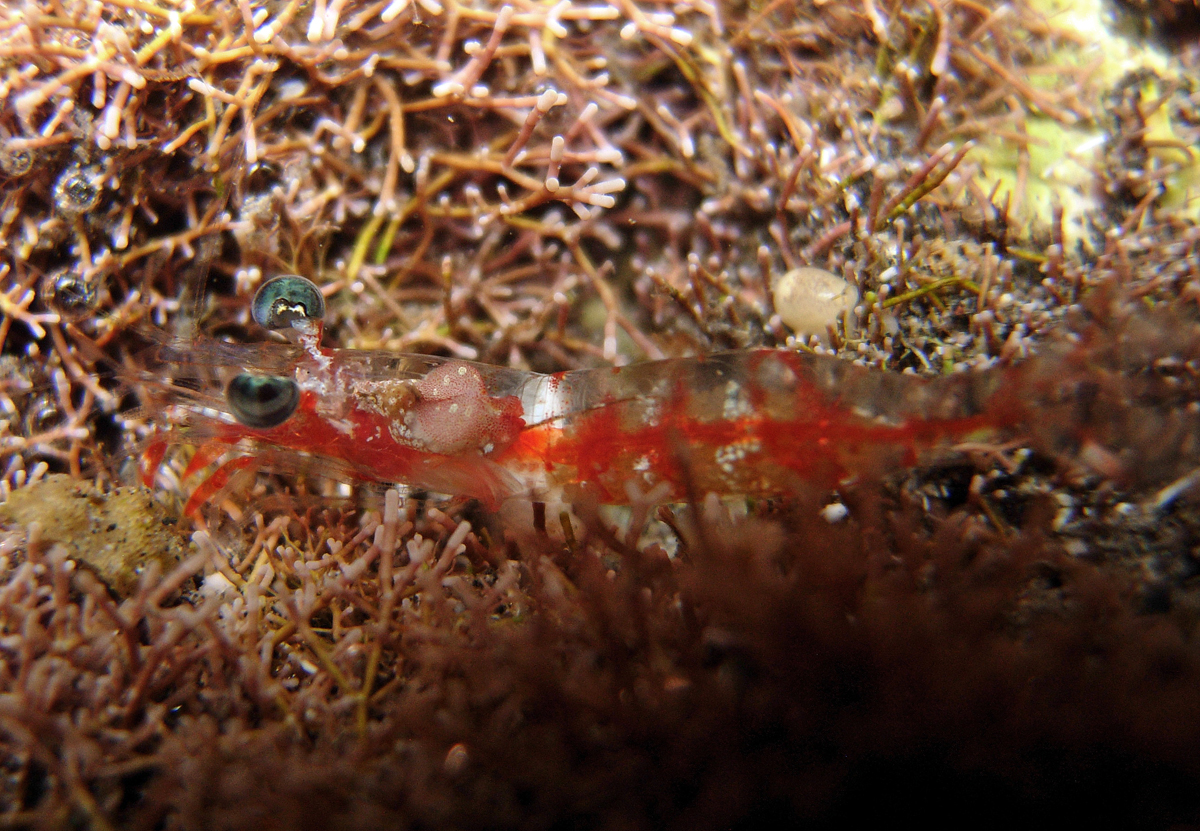
Processa sp.
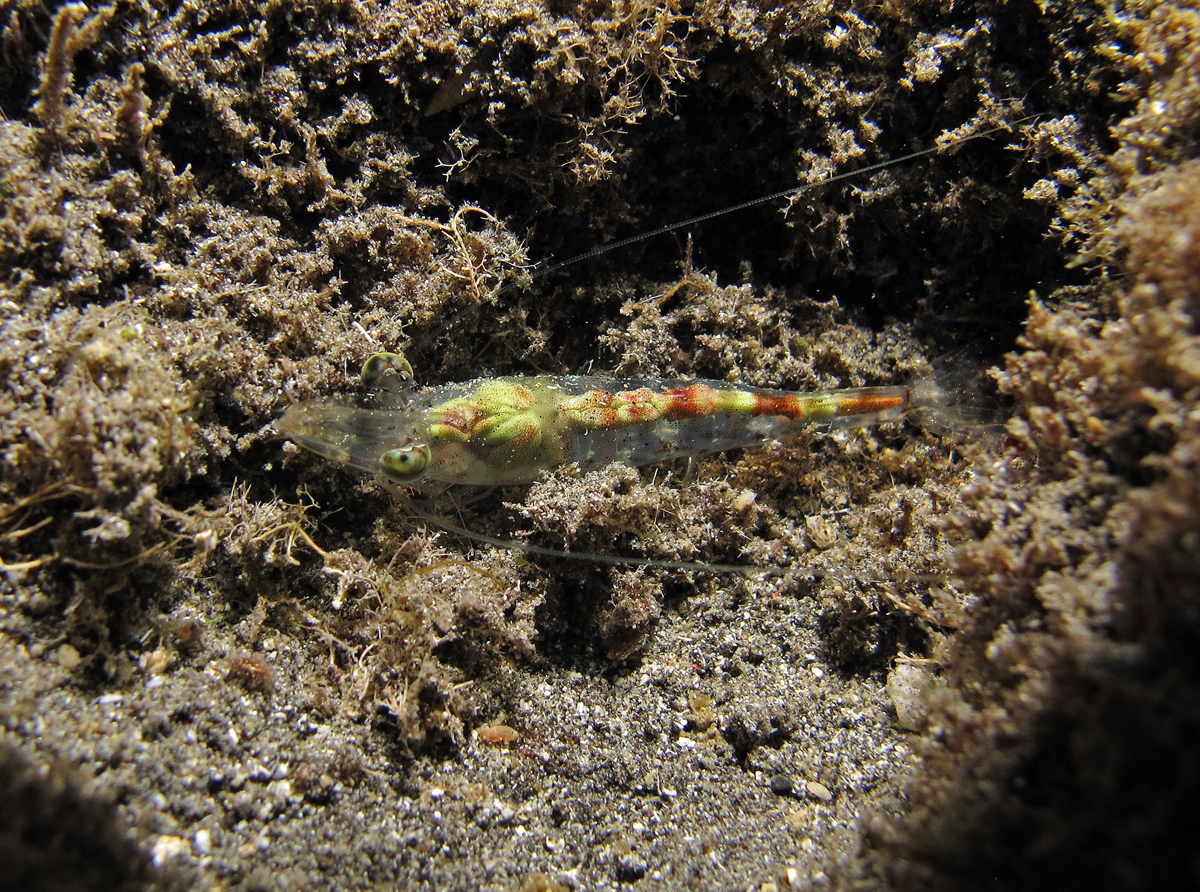
Processa sp.
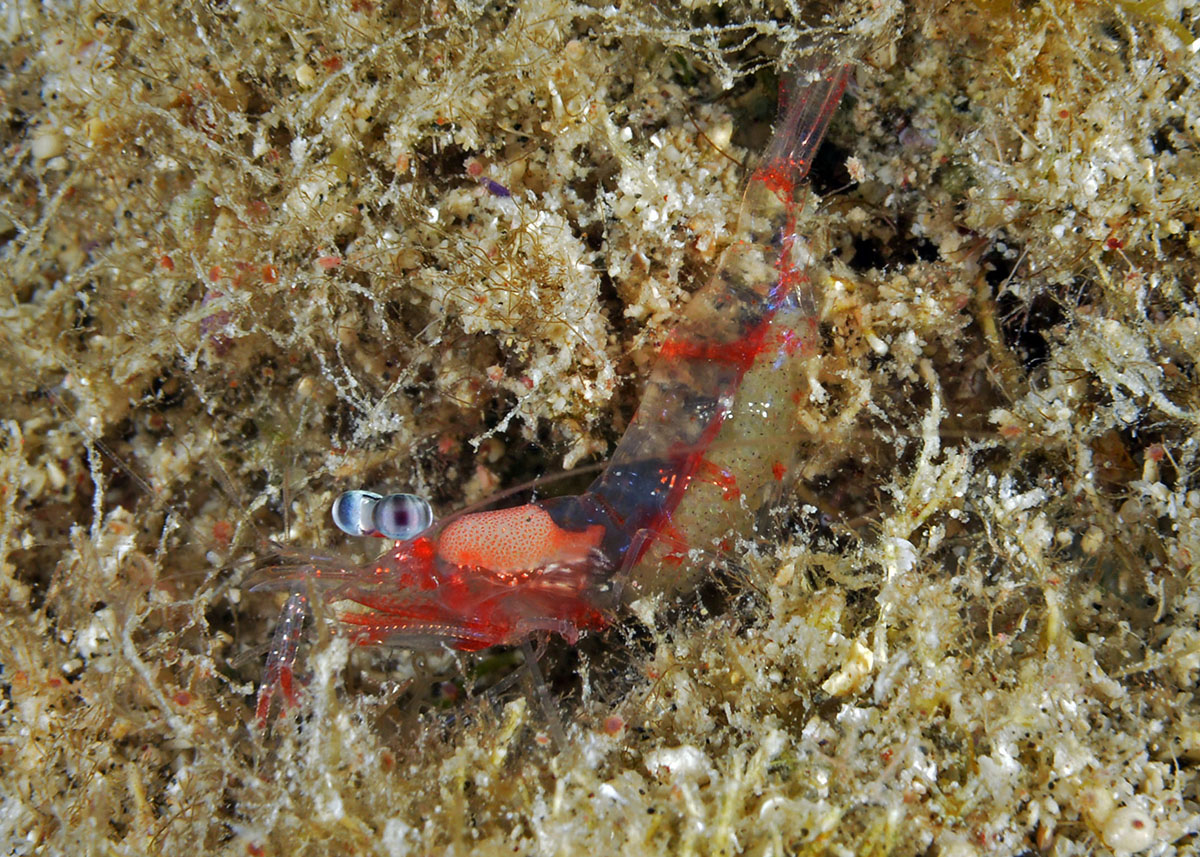
Processa sp.
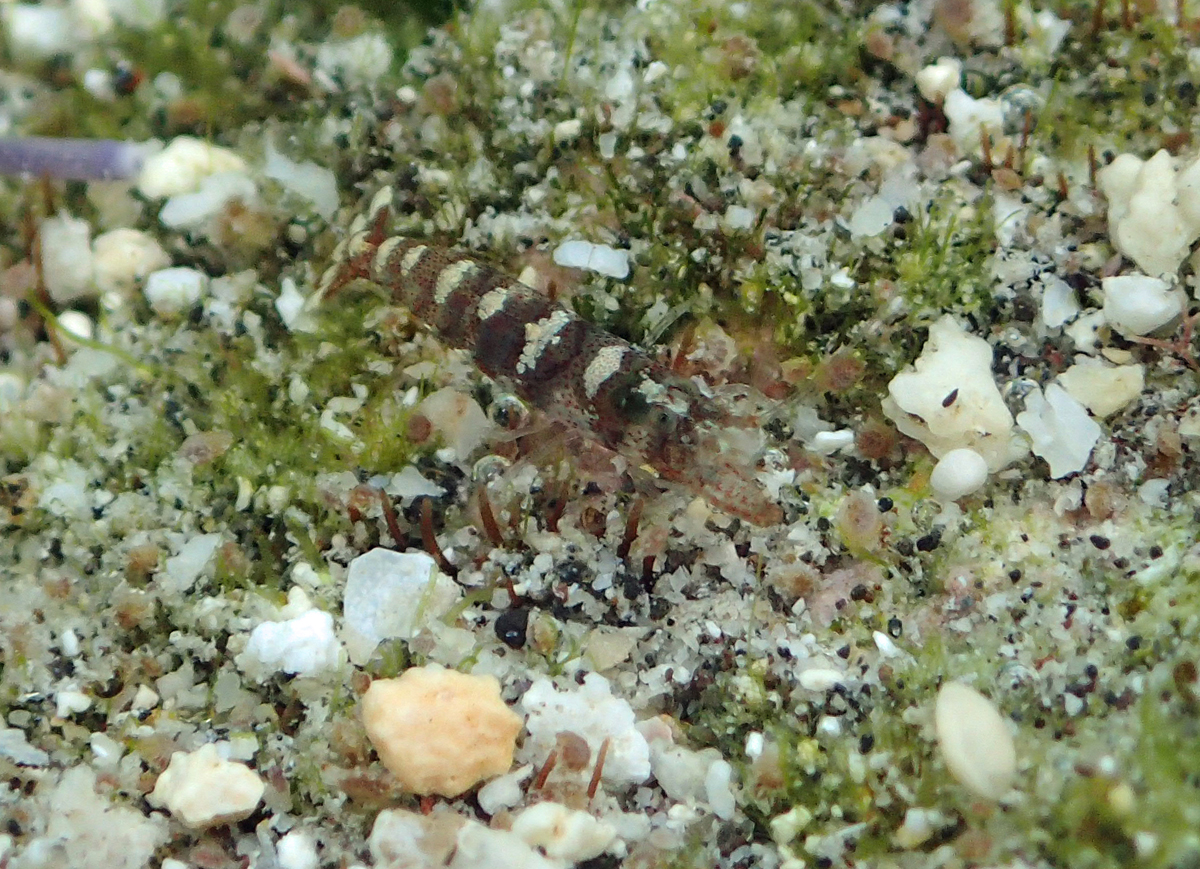
Une crevette non identifiée de la famille des Alpheidae?
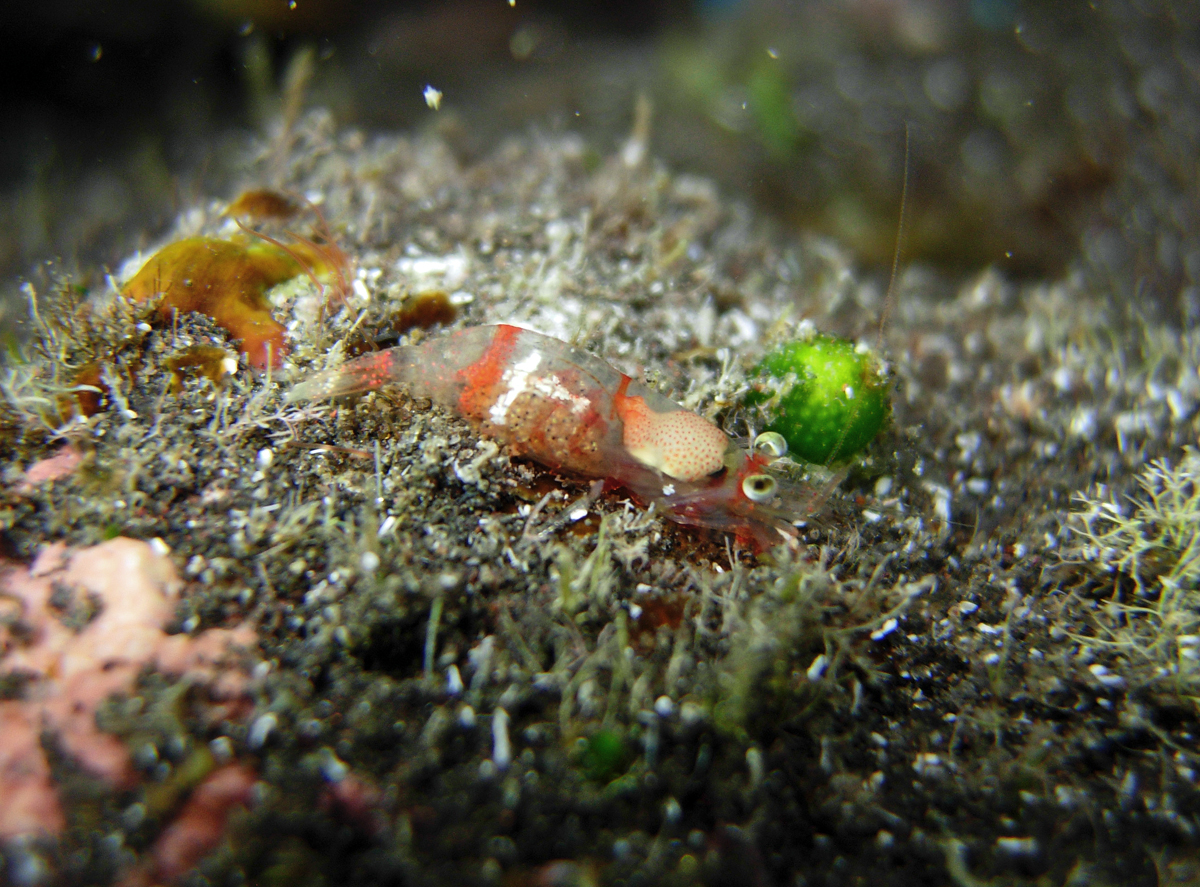
Une crevette non identifiée de la famille des Penaeidae
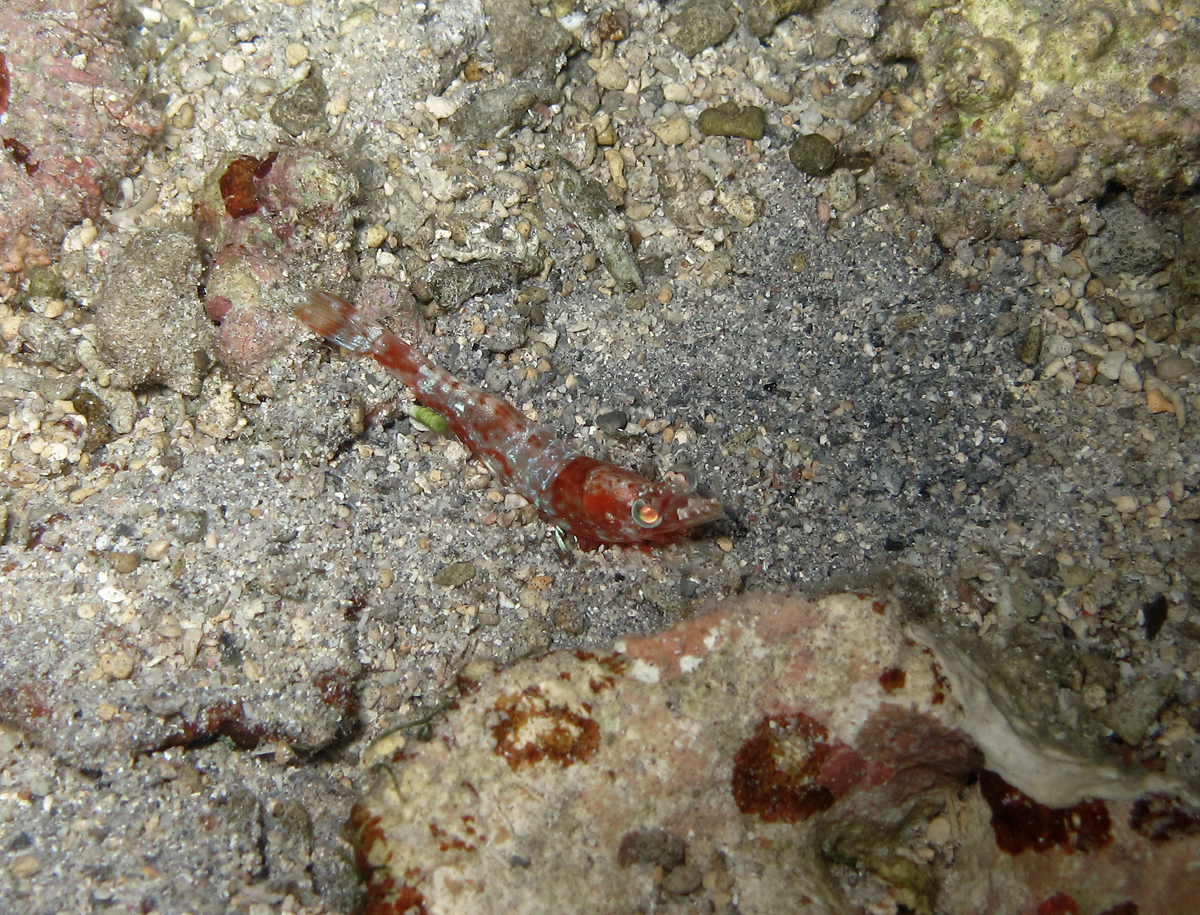
Une crevette nettoyeuse de la famille des Penaeidae
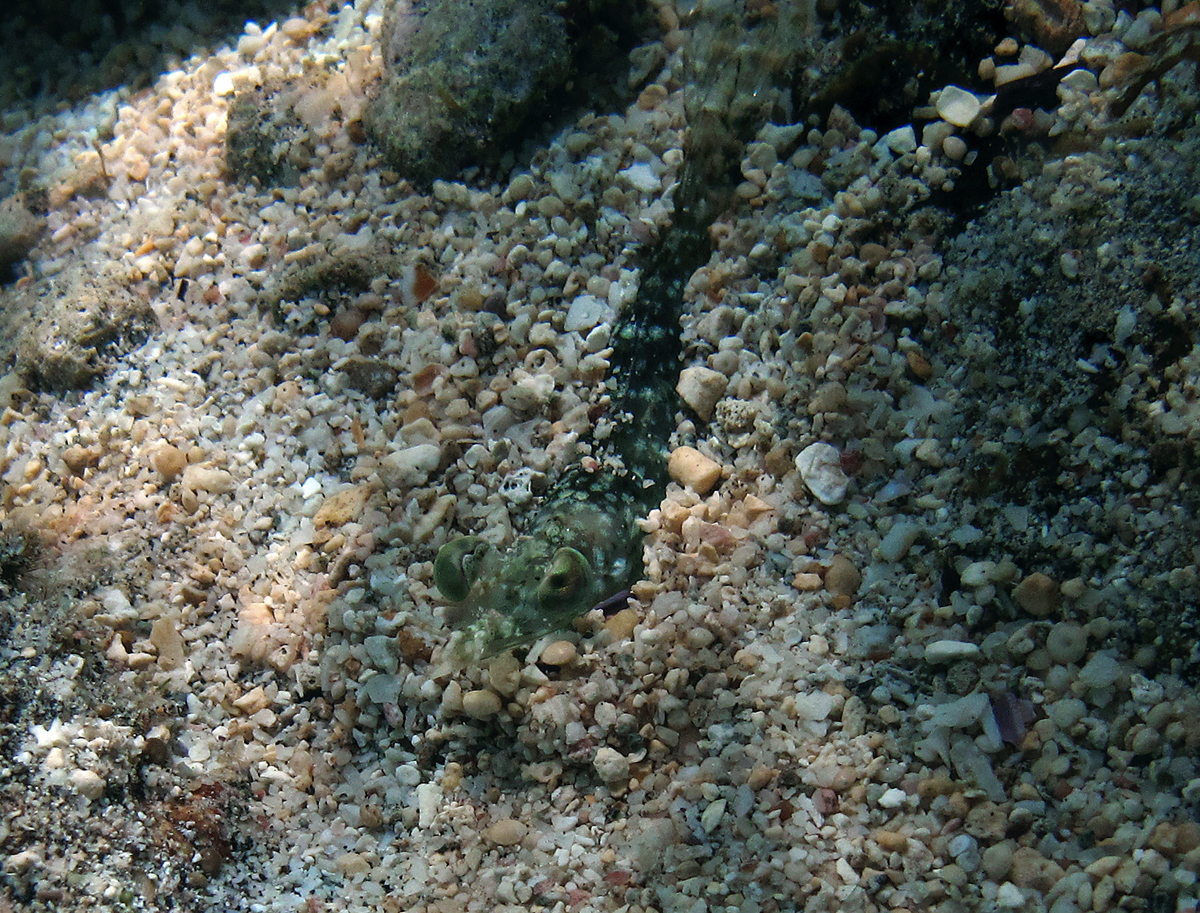
Une crevette nettoyeuse de la famille des Penaeidae
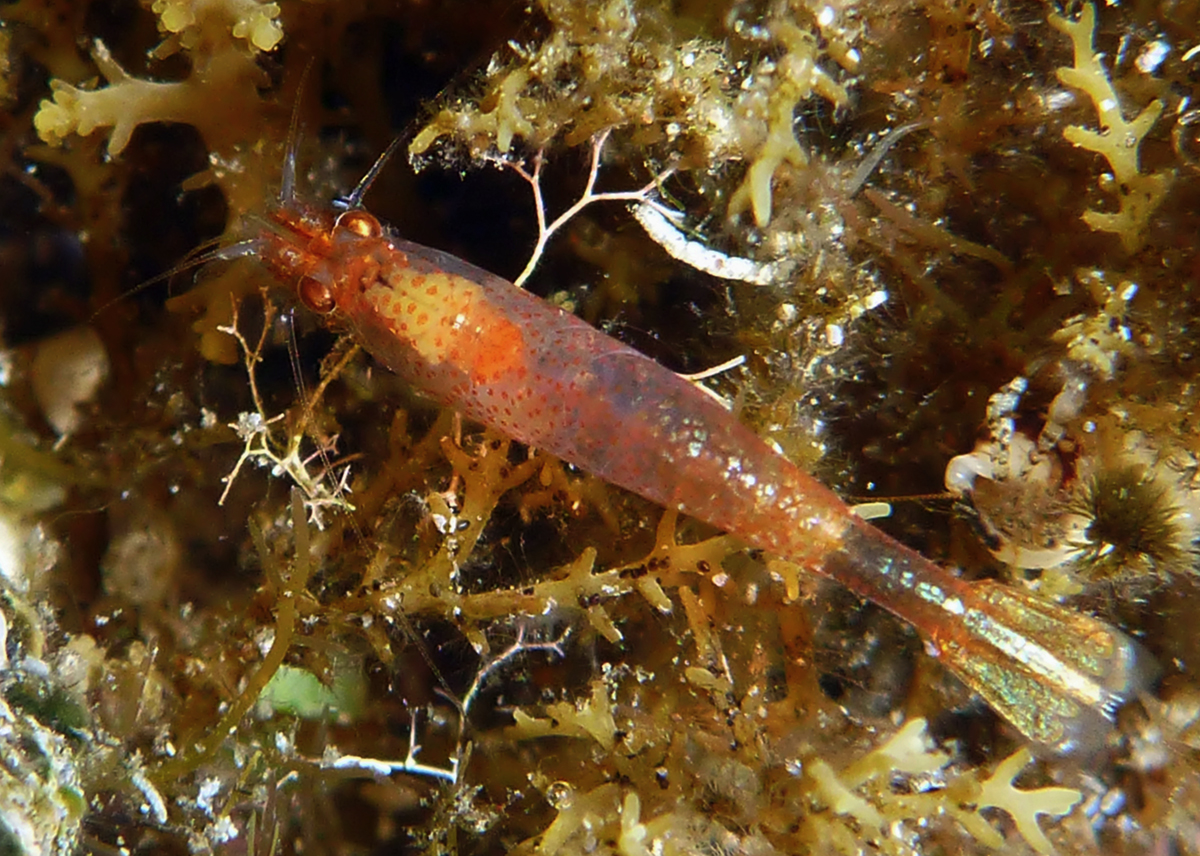
Une crevette non identifiée de la famille des Mysidae
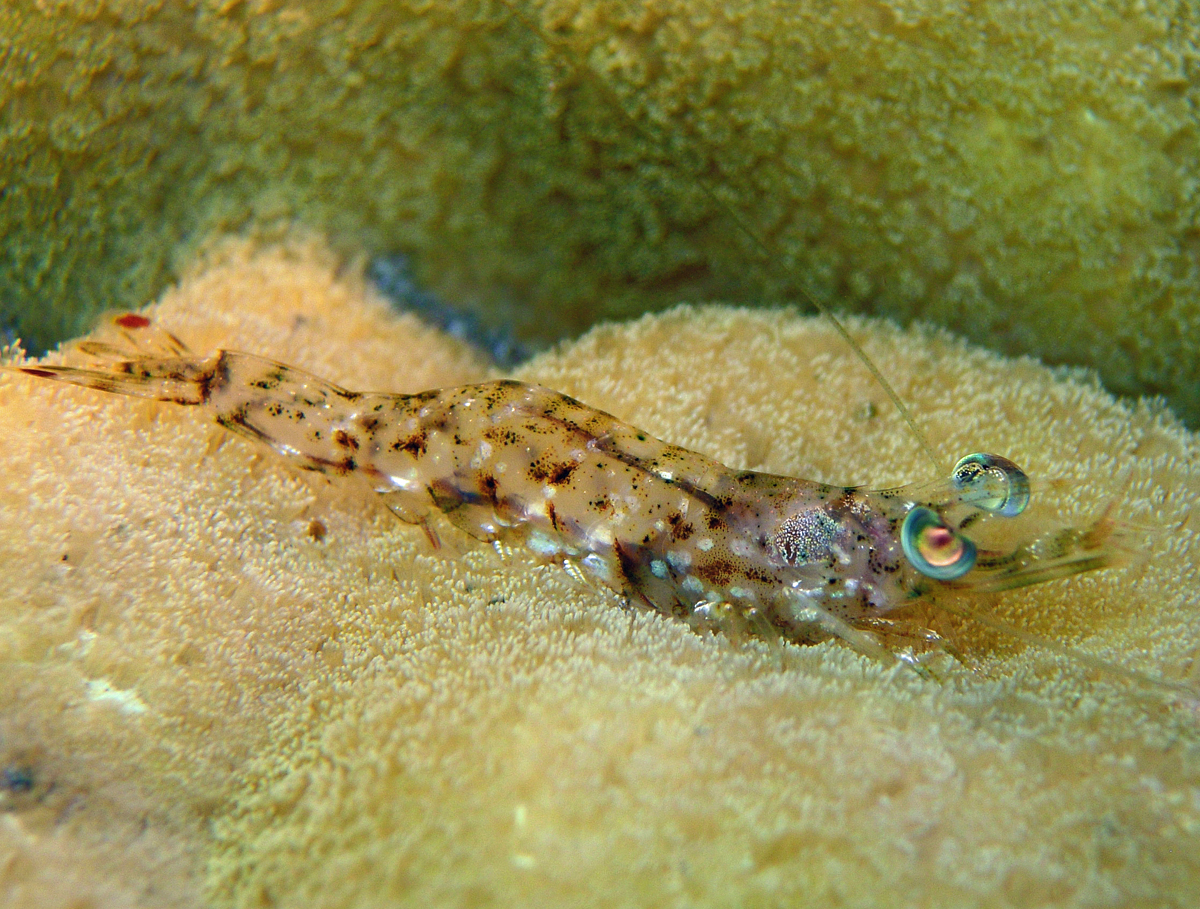
Metapenaeopsis cf. hilarula?

### Cirripèdes
Les Cirripedia (des mots latins « cirrus », « boucle de cheveux », et « pes, pedis », pied) sont des crustacés malgré leur apparence, comme le prouvent leurs stades larvaires. Ils comprennent les Lépadomorphes (anatifes), les Balanomorphes, comme les balanes, et les parasites Rhizocéphales, comme les sacculines. Ils sont exclusivement marins. Leurs larves se fixent par les antennules sur un support quelconque, et entament une métamorphose complète qui produira les morphologies adultes très particulières de ce groupe. Les animaux ainsi fixés ne se déplaceront plus jamais. Quand ils ne sont pas parasites les adultes peuvent être pédonculés, ou operculés et sessiles. Les cirripèdes sont munis de fouets garnis de soies (les « cirrhes ») destinés à capter des particules organiques en suspension dans l’eau.

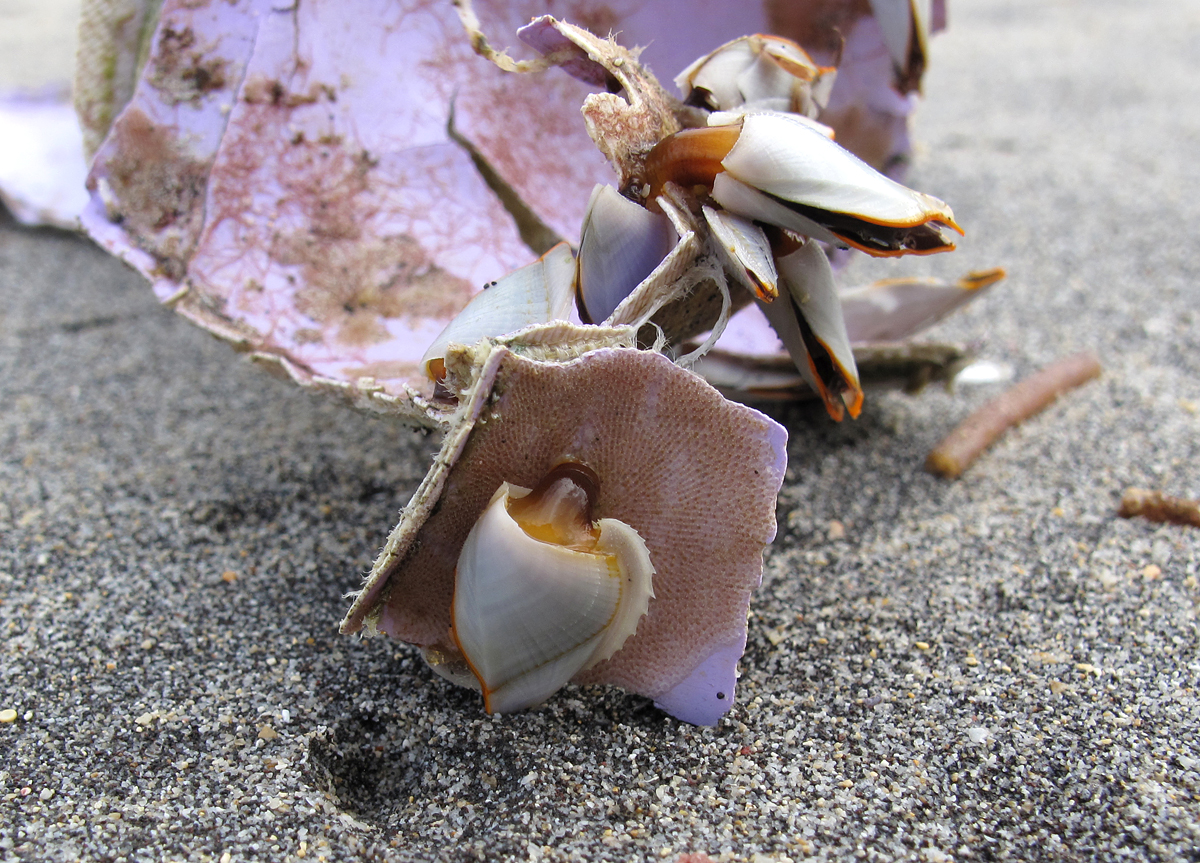
Une colonie d'anatifes nonnettes (Lepas anserifera), amenée sur la plage de L’Hermitage par la houle.
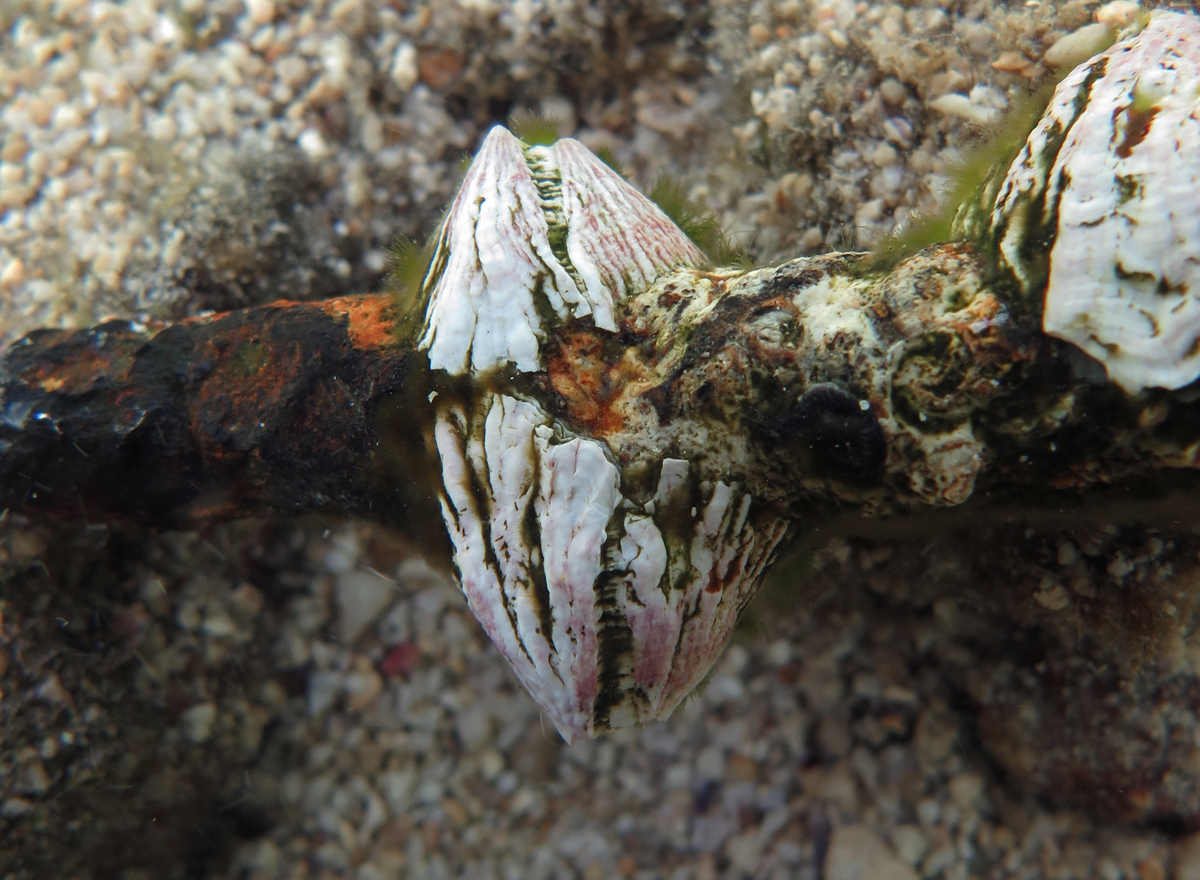
Une colonie de balanes Amphibalanus amphitrite
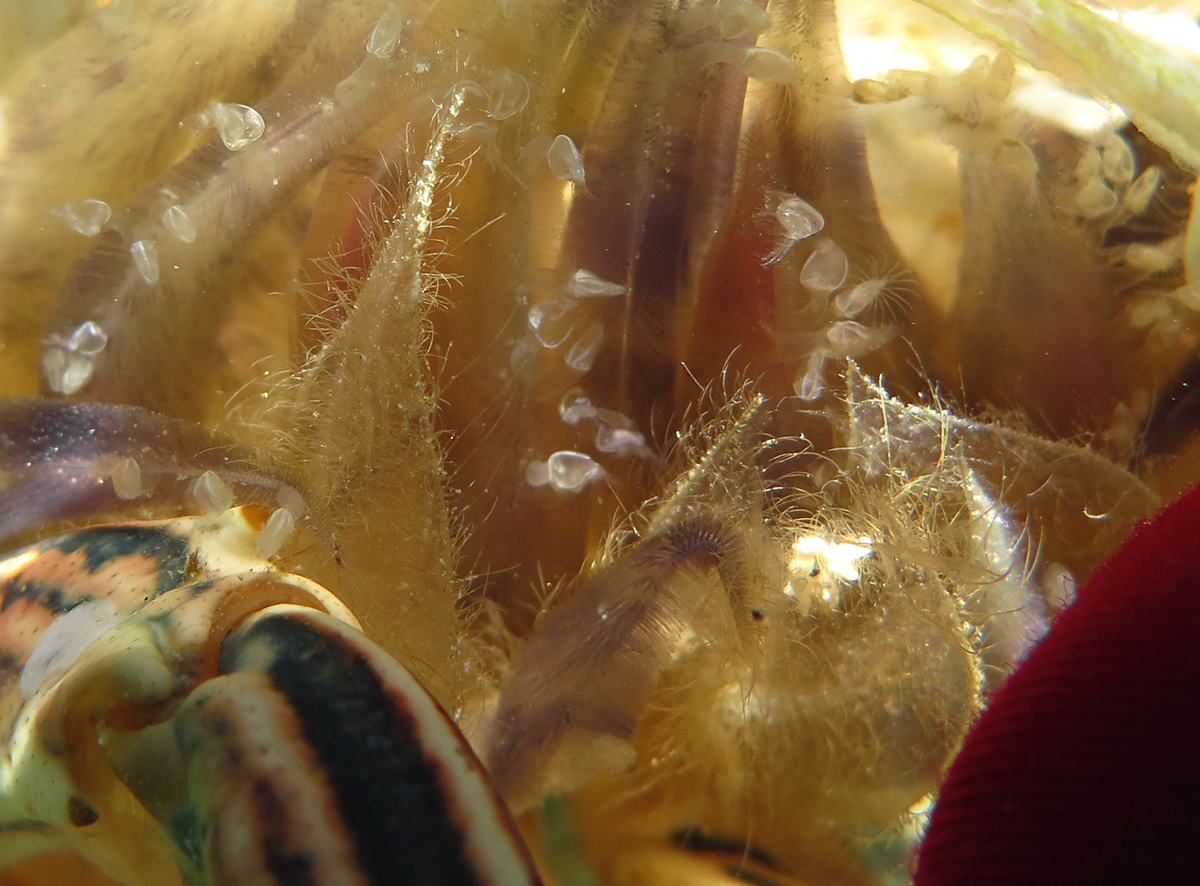
Des cirripèdes de la famille des Poecilasmatidae dans les branchies d'une exuvie de langouste.

### Copépodes
La sous-classe des Copepoda (du grec kōpē, aviron, et pous, podos, pied, en référence à la forme de leurs pattes thoraciques) comprend environ 13 000 espèces connues, parmi lesquelles 2 814 espèces vivent en eau douce. Ce sont des crustacés de très petite taille qui mesurent généralement entre 0,5 et 2 millimètres. Ils composent en moyenne 70 % de la biomasse zooplanctonique et ont à ce titre un rôle écologique fondamental. De nombreuses espèces vivent cependant sur le fond et d’autres sont devenues parasites. Les espèces parasites sont de plus grande taille, et peuvent atteindre la trentaine de centimètres. La majorité des formes libres est caractérisée notamment par un œil unique, dit œil nauplien. Ils peuvent être herbivores ou carnivores, et omnivores à l’occasion.

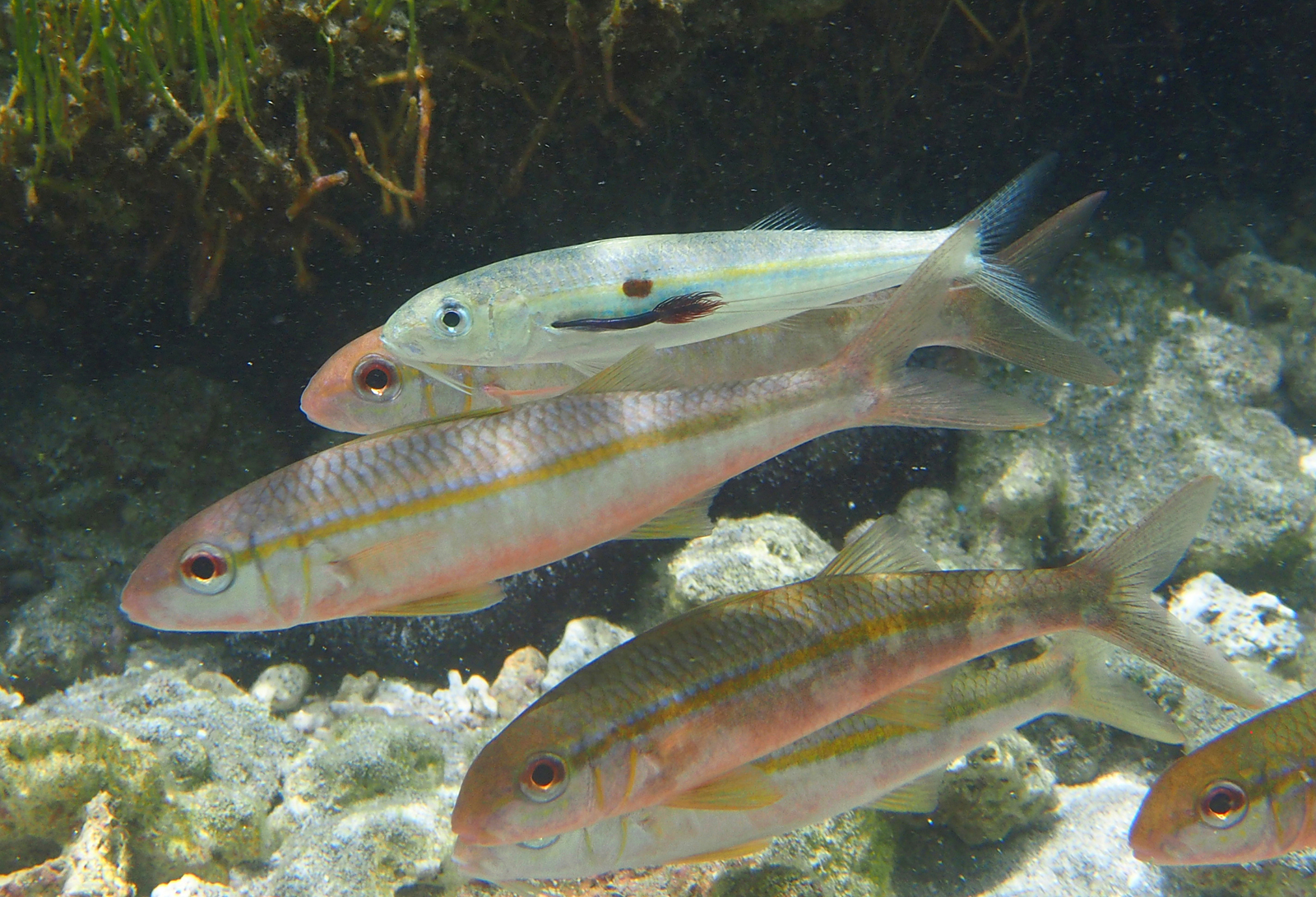
Un copépode parasite (Penella filosa?) sur un jeune Mulloidichthys flavolineatus.

### Amphipodes
L’ordre des Amphipoda comprend 220 familles et plus de 10 000 espèces. Le nom de l’ordre vient du grec « amphi », différent, opposé, et « pous, podos », pied, en raison des deux genres de pattes différents qui caractérisent ces espèces, par opposition à leurs proches cousins les Isopoda (du grec « iso- », identique), chez lesquels toutes les pattes sont de même forme. Il regroupe de petits crustacés en grande majorité marins, qui ressemblent à des crevettes bien que leur corps soit comprimé latéralement et qu’ils ne possèdent pas de carapace ni d’yeux pédonculés. Leur taille est le plus souvent de l’ordre du centimètre, mais une espèce géante abyssale atteint les 34 cm. Ces espèces sont caractérisées, comme toutes celles du super-ordre des Peracarida, par le fait que le développement des œufs et des larves s’effectue dans une poche incubatrice de la femelle. La caractéristique spécifique des amphipodes est la possession de trois paires de pléopodes (pattes) et trois paires d’uropodes (parties de la queue servant de nageoire). Ils peuvent être herbivores, détritivores, carnivores ou charognards.
Au sein des amphipodes, la famille des Caprellidae regroupe des espèces au corps allongé pourvues de pattes ravisseuses, et parfois appelées « crevettes-squelettes ».

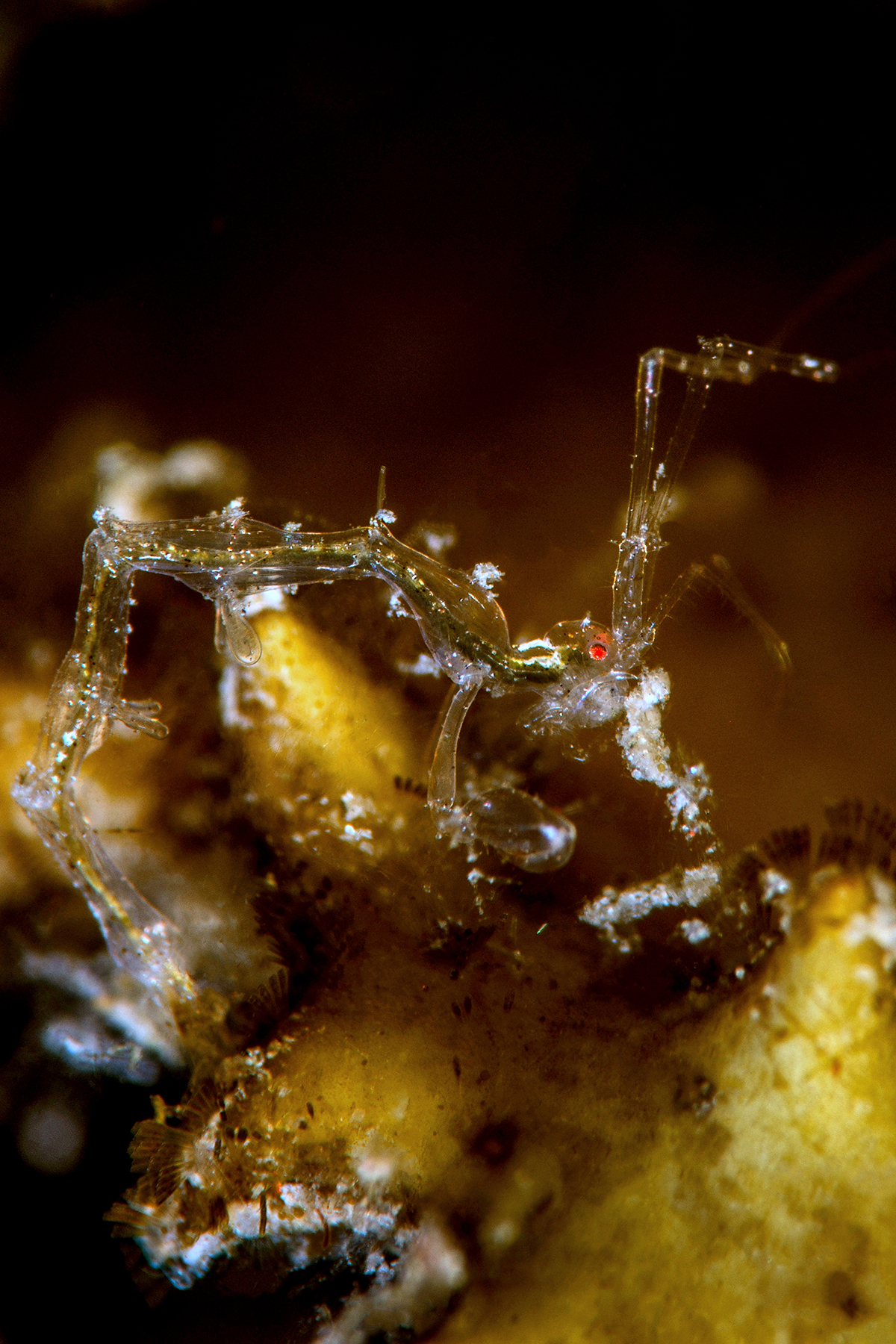
Une Caprellidae non identifiée.

## Bryozoaires
L’embranchement des Ectoprocta (de « ektos », en dehors, et « proktos », anus, ce néologisme manifestant un aspect de l’anatomie de certains individus) regroupe les bryozoaires, littéralement les « animaux-mousse ». Ce sont de petits organismes le plus souvent sessiles, coloniaux à une espèce près, et marins (mais on en trouve en eau douce ou saumâtre). Le nombre d’espèces récentes (non fossiles) se situe entre 6 000 et 8 000, et au moins 20 000 fossiles. Les colonies peuvent prendre des formes diverses (encroûtante, dressée ou arbustive). Elles sont composées d’individus appelés zoïde (ou zoécies) communiquant entre eux, à travers des plaques poreuses situées sur leurs parois. Certaines colonies regroupent des individus identiques, d’autres des individus spécialisés dans une fonction (reproduction, ventilation, défense, nettoyage et alimentation). Les bryozoaires se nourrissent de diatomées et d’autres micro-organismes planctoniques au moyen d’une couronne de tentacules ciliés (lophophore) entourant la bouche. Cette couronne leur permet également de respirer. Ils se reproduisent le plus souvent par bourgeonnement, mais ils peuvent aussi se reproduire sexuellement. Leurs principaux prédateurs sont des poissons, des crustacés, des gastéropodes, des oursins, des étoiles de mer et des nudibranches.

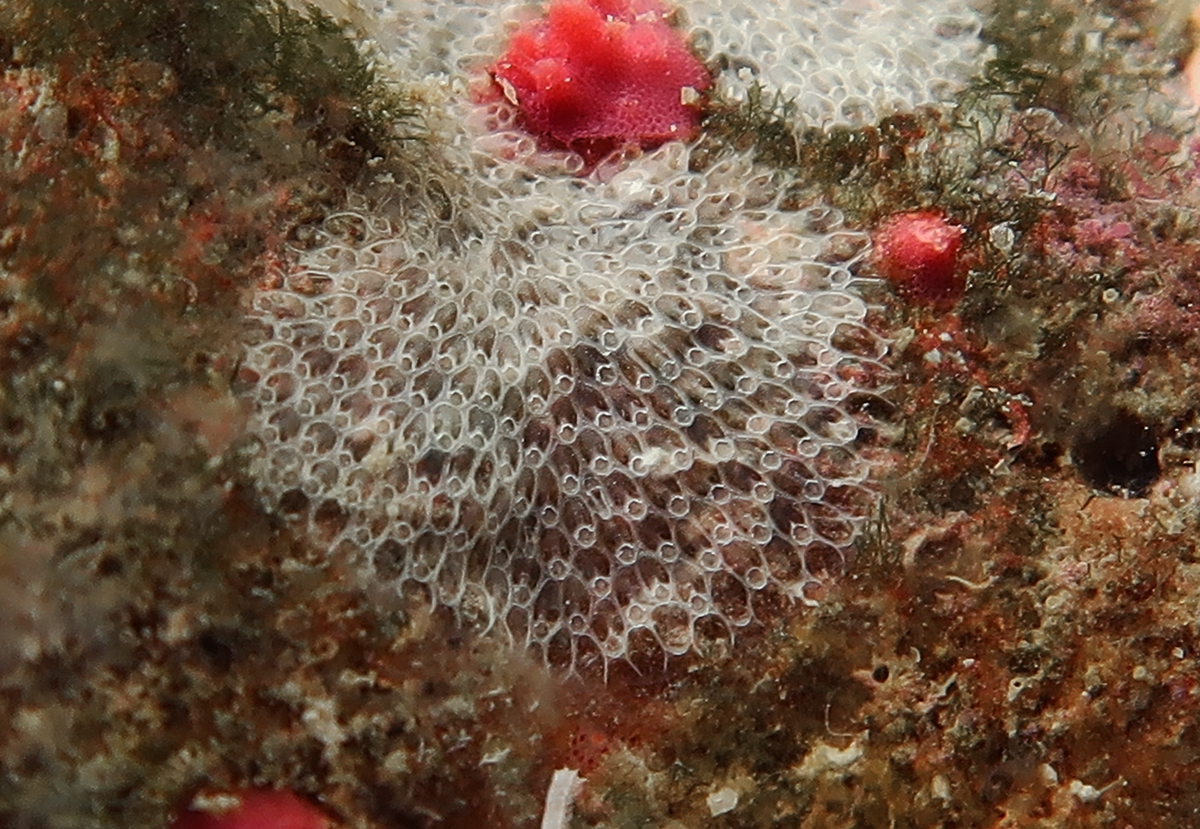
Un Cheilostomatida de la famille des Microporidae

## Vers marins
Les vers marins se répartissent en huit embranchements : les Annélides, les Plathelminthes, les Sipunculiens, les Némertes, les Acanthocéphales, les Phoronidiens, les Nématodes et les Nématophores. Ces embranchements ne manifestent pas de liens de parenté directs. Le plan d’organisation qui fait leur unité se situe dans la structure et le développement des embryons. Ils ne sont pas nécessairement « vermiformes ».

### Vers polychètes
Les polychètes (sous-ordre des Polychaeta, du grec « poly », plusieurs, et « chet- », soies) sont des vers annélides segmentés très majoritairement marins. Ils comprennent environ 10 000 espèces. Ils ont une tête différenciée qui, chez certaines espèces, est porteuse de mâchoires qui apparaissent quand le pharynx est dévaginé. Chaque segment du corps porte des parapodes qui leur permettent de se déplacer rapidement, et à l’occasion de nager. Ces parapodes sont équipés de soies chitineuses, qui sont urticantes chez certaines espèces. Ils peuvent être fixés (vers tubicoles) ou errants, soit sur le fond, soit en pleine eau. Les vers fixés sont microphages et capturent les particules alimentaires contenues dans l’eau au moyen d’appendices ramifiés divers, les errants sont carnivores ou dépositivores. Leur taille peut aller de quelques dixièmes de millimètres à trois mètres (Eunice aphroditois).
Errantia

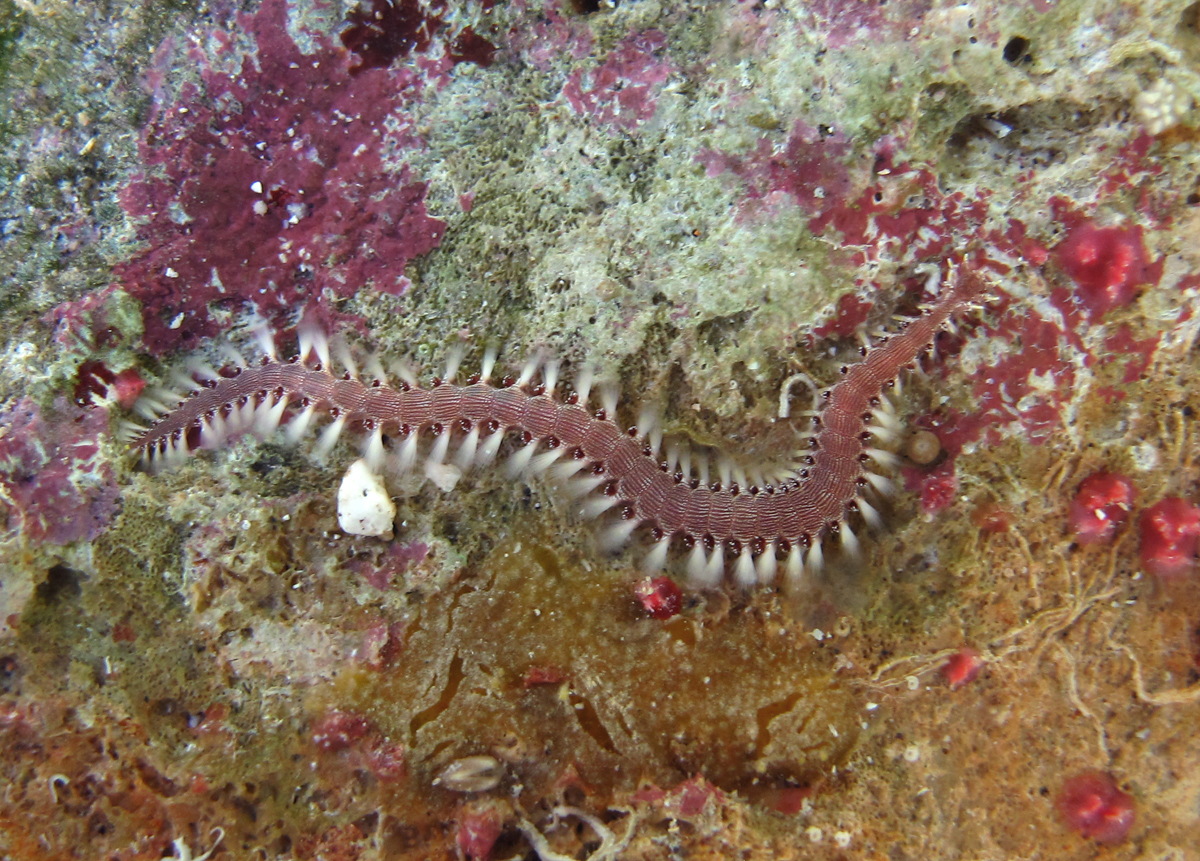
Un ver de feu Pherecardia striata, urtiquant
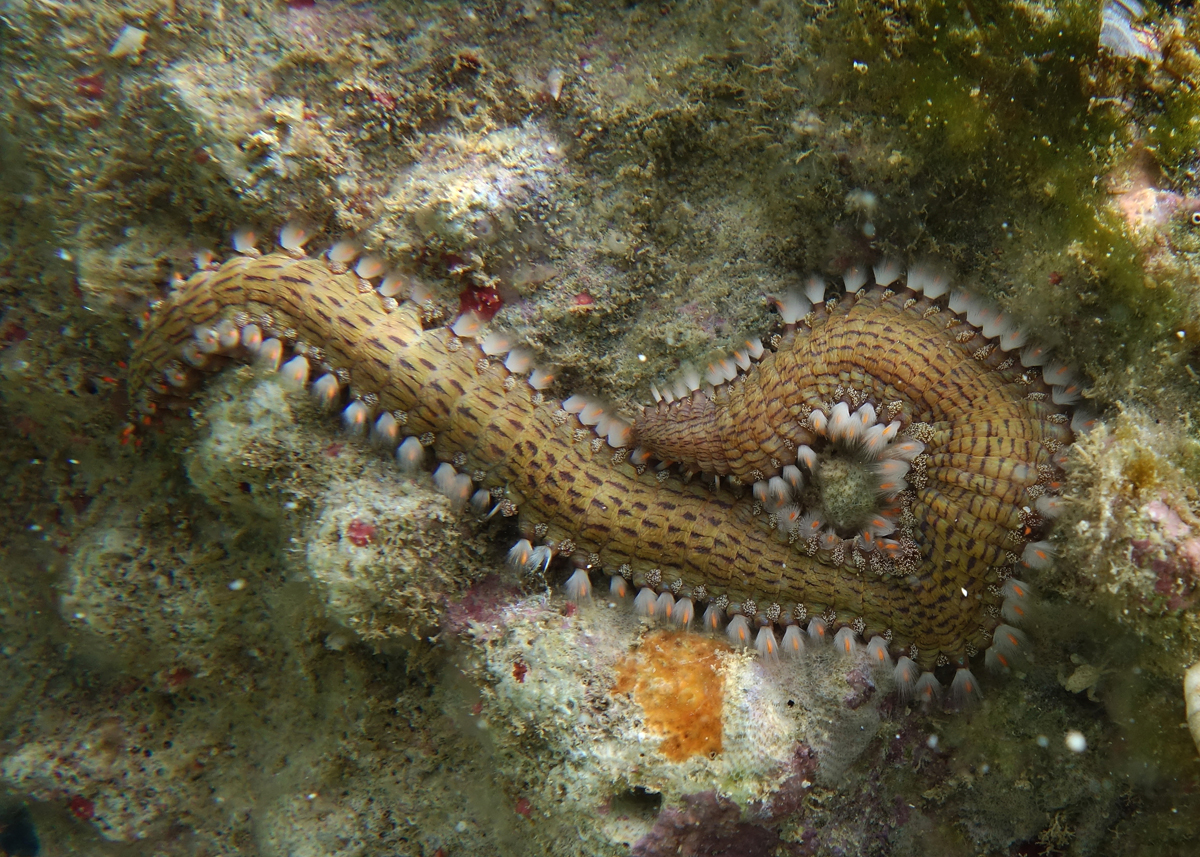
Un ver de feu du genre Pherecardia
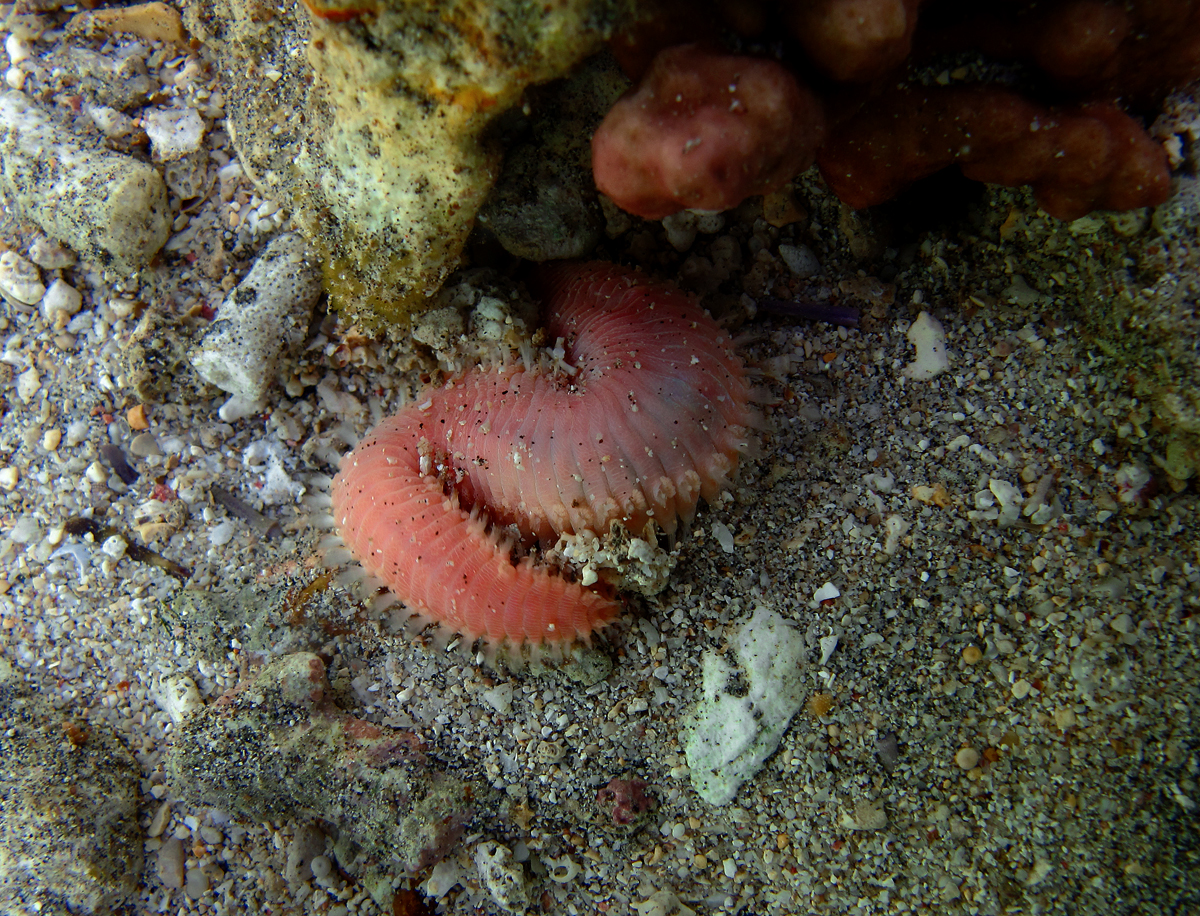
Un ver de feu Eurythoe sp.?
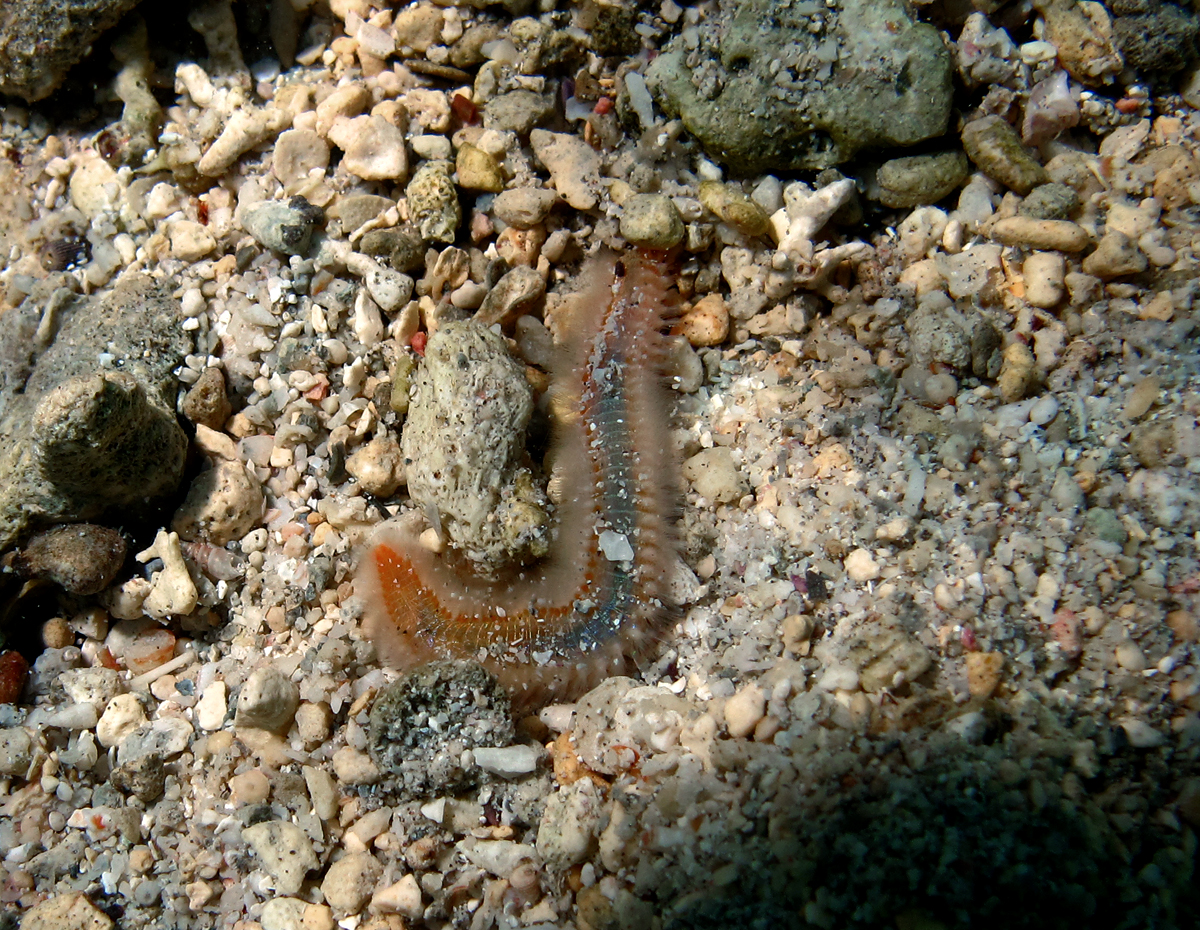
Un ver de feu Eurythoe sp.
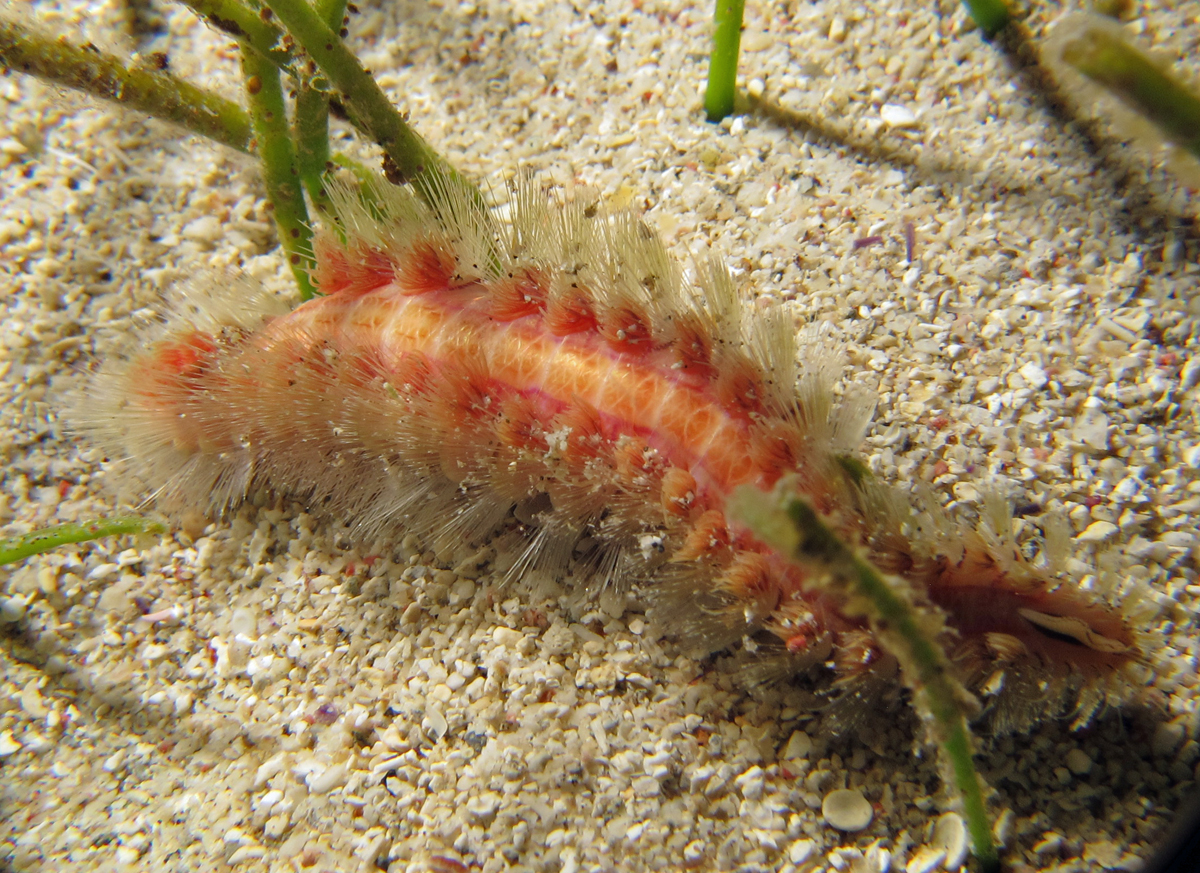
Un ver de feu Notopygos sp.
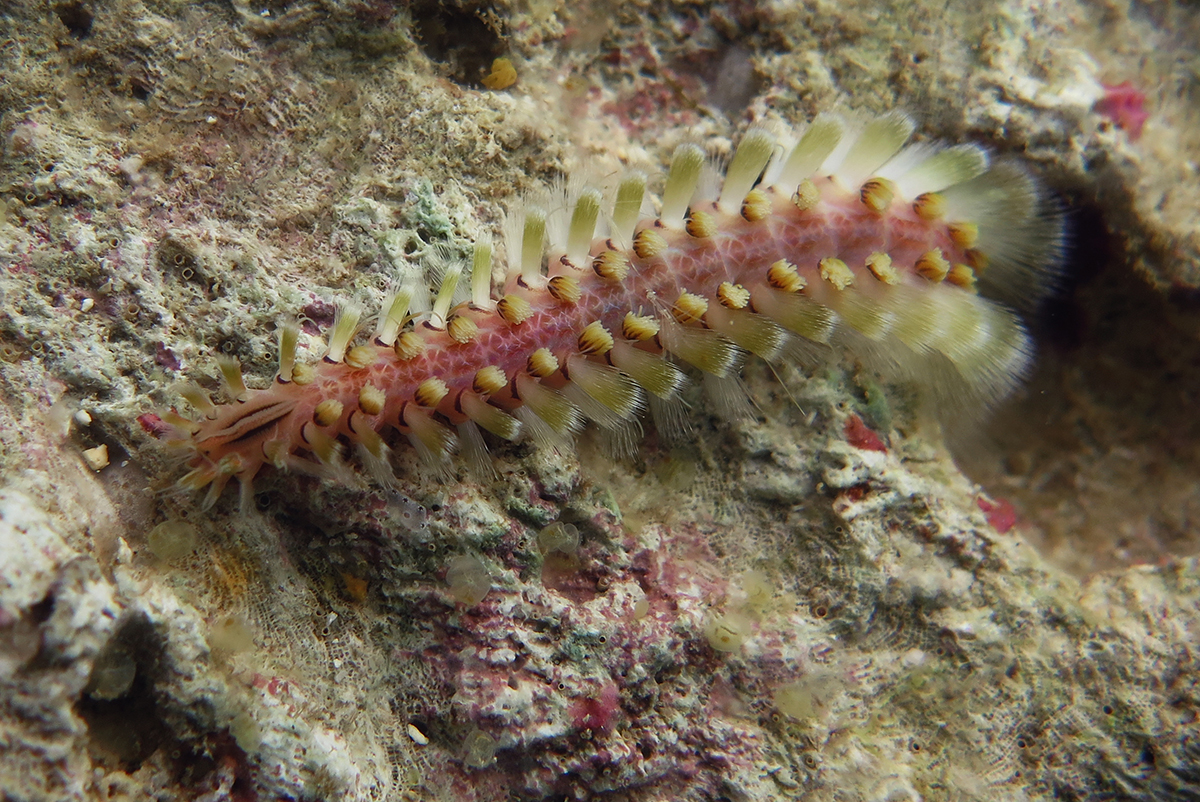
Un ver de feu du genre Notopygos
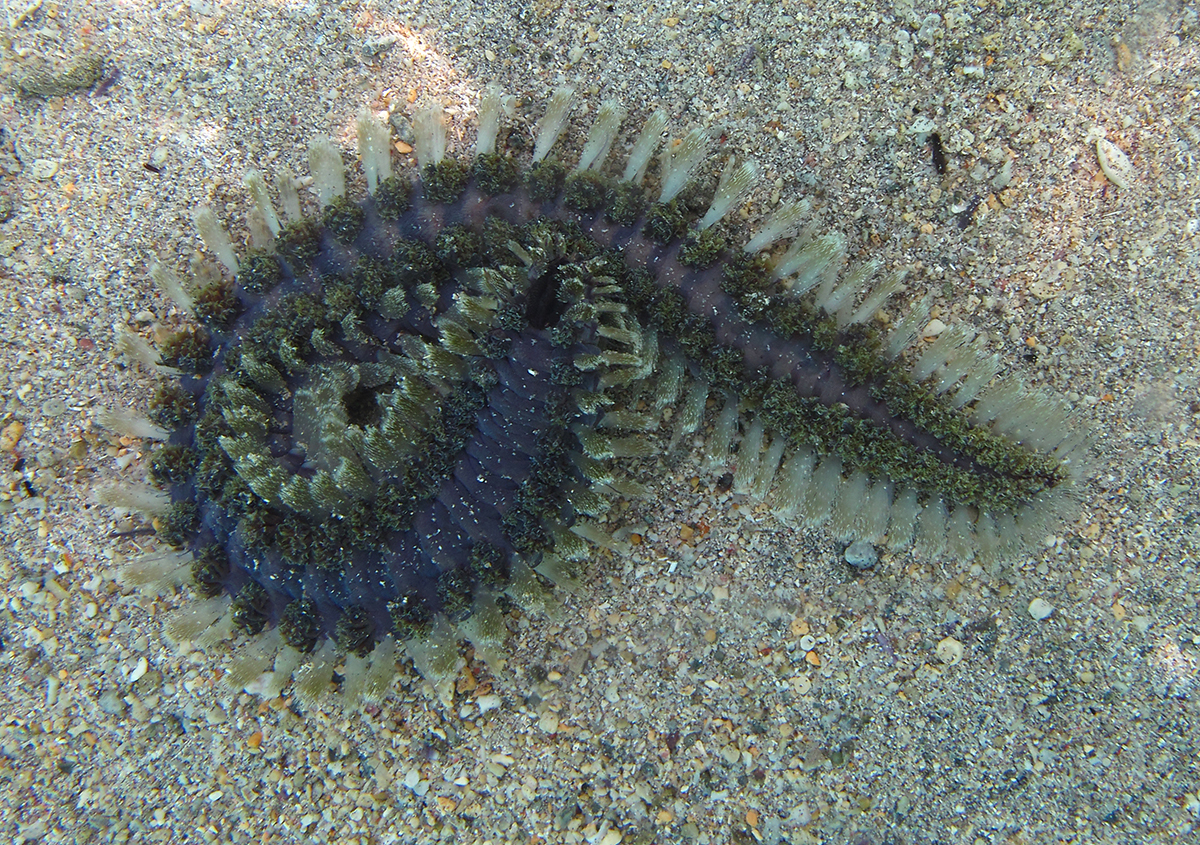
Un ver de feu de la famille des Amphinomidae
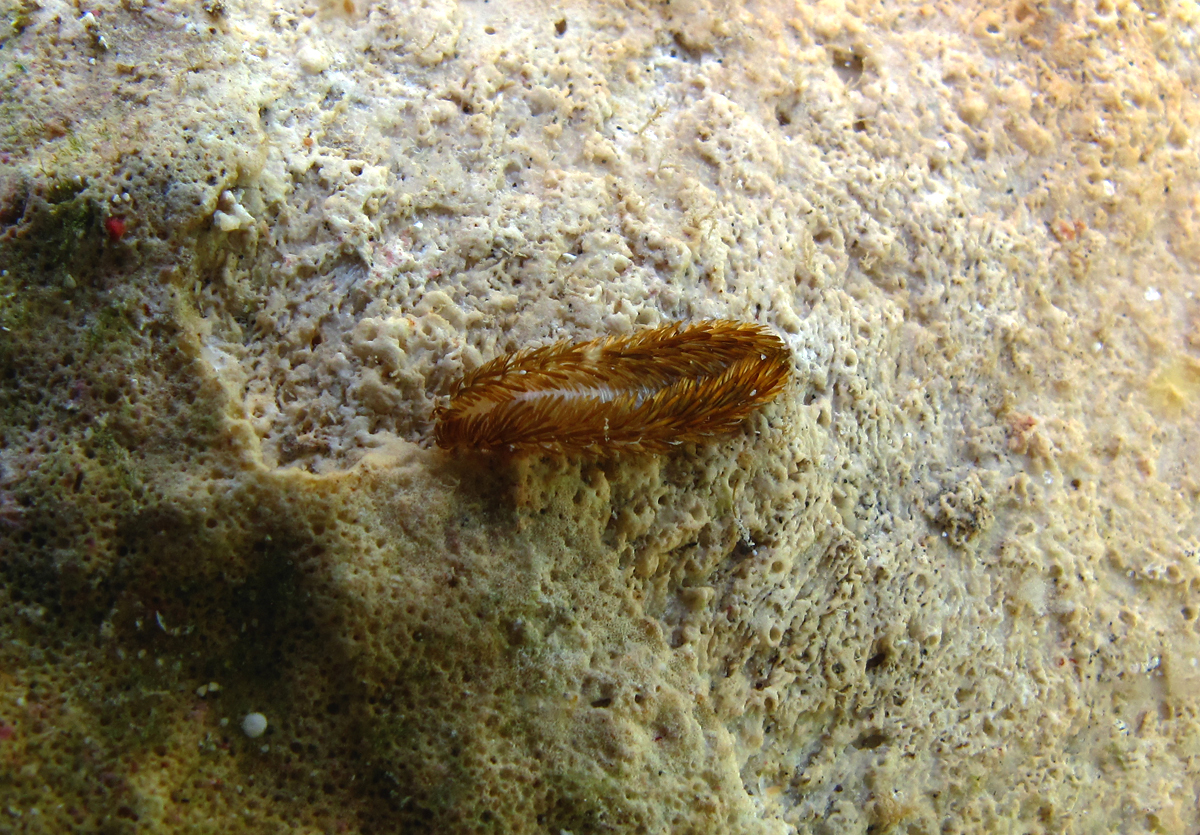
Palmyra aurifera
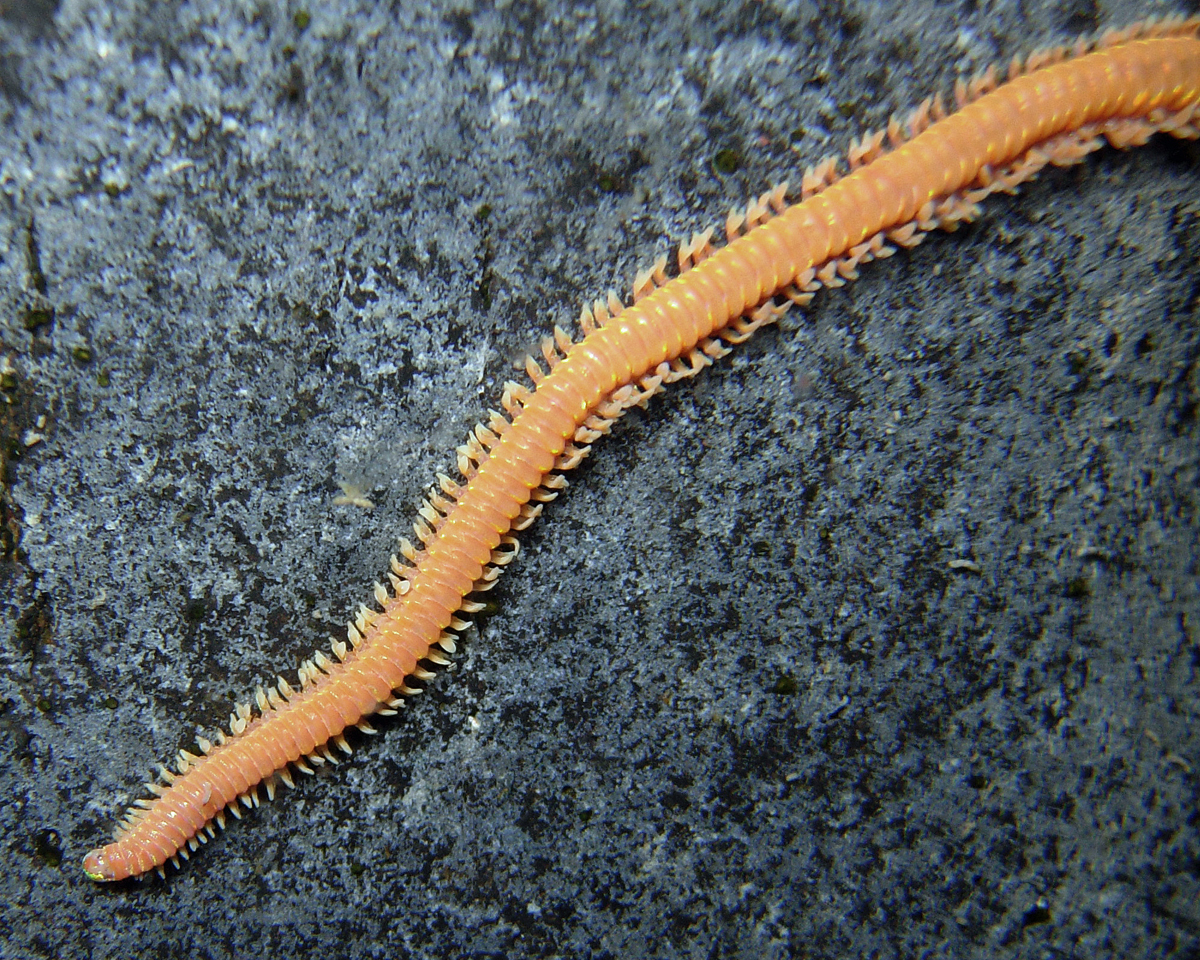
Oenone fulgida
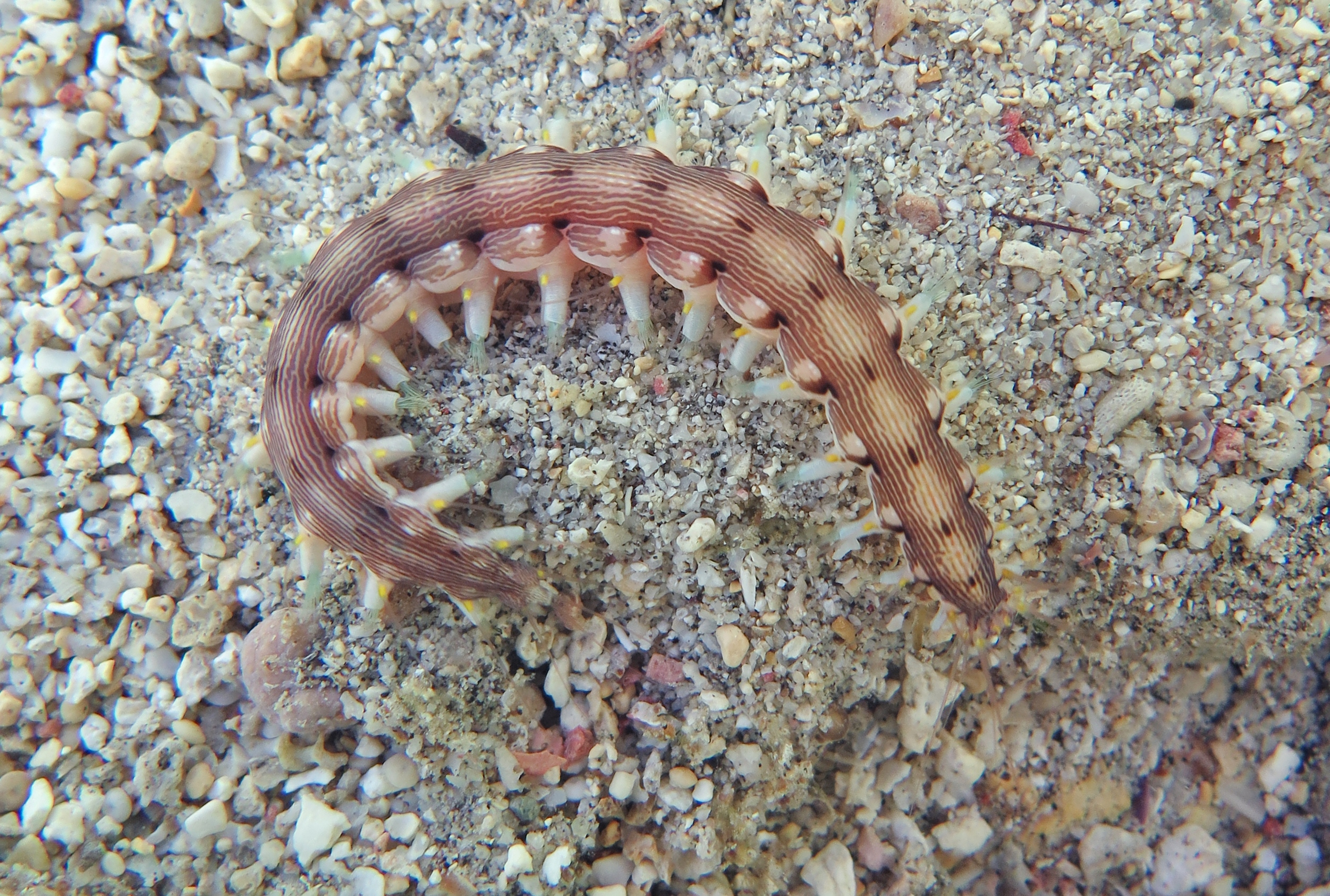
Hesione ceylonica
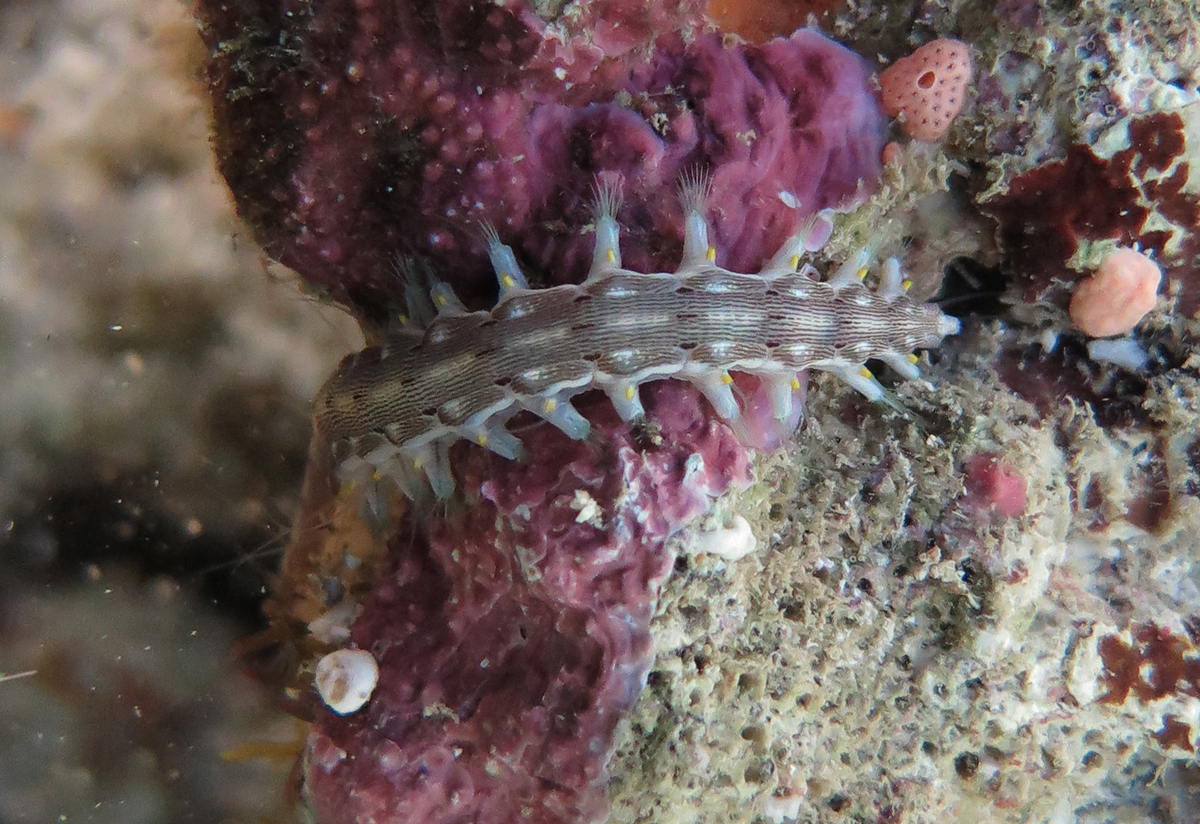
Hesione sp.
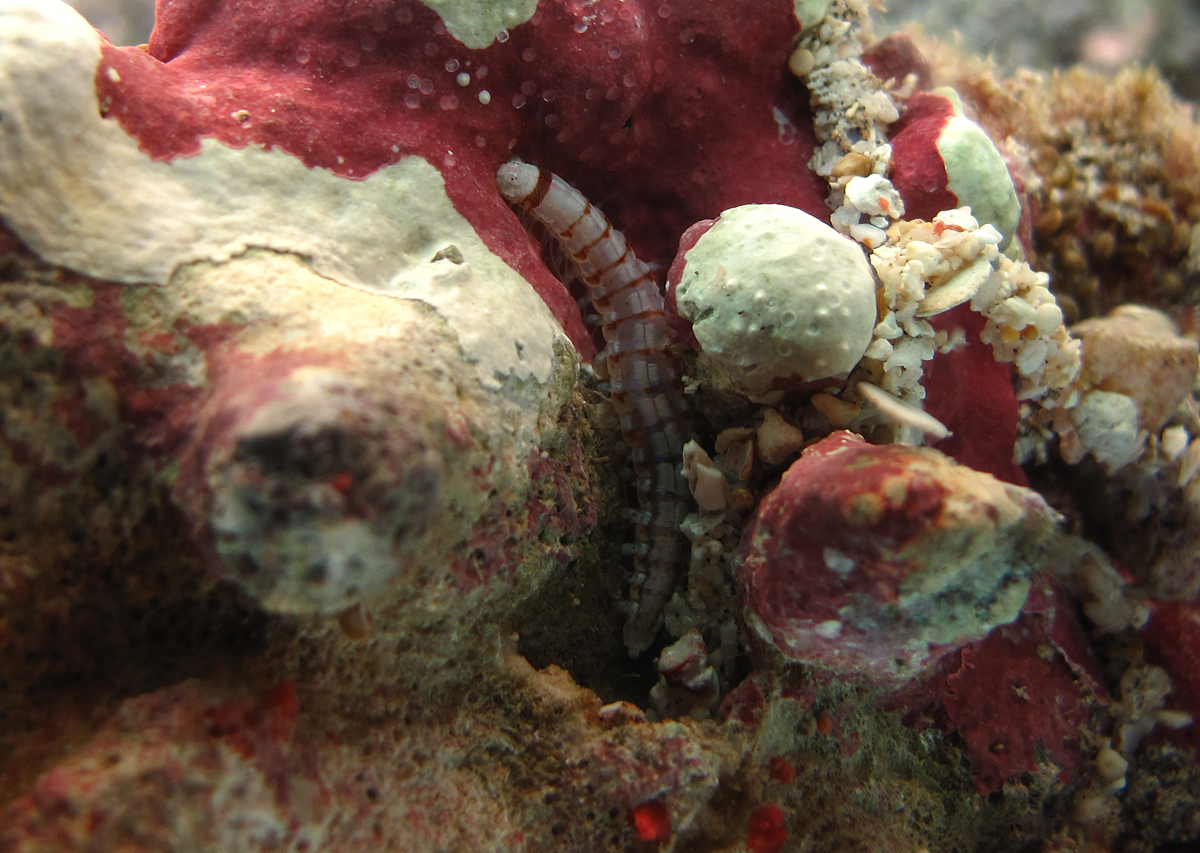
Hesione mooreae
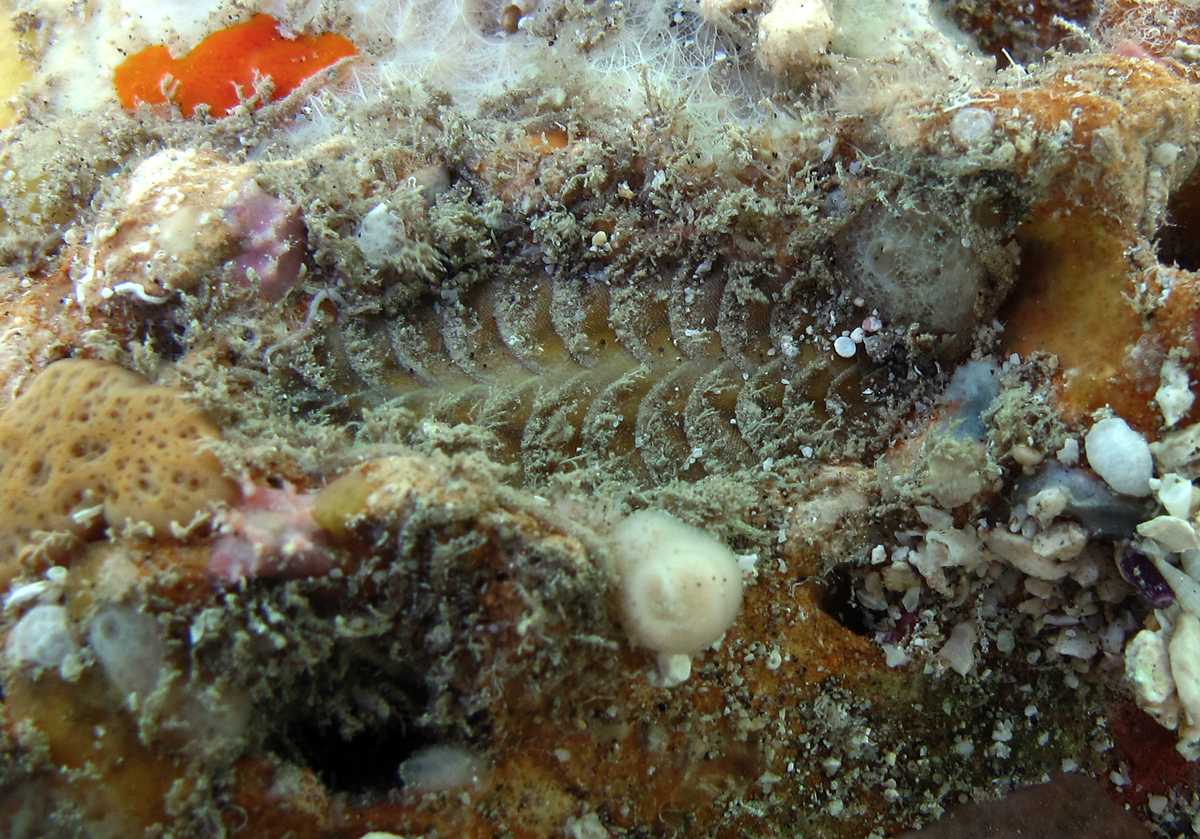
Iphione sp.
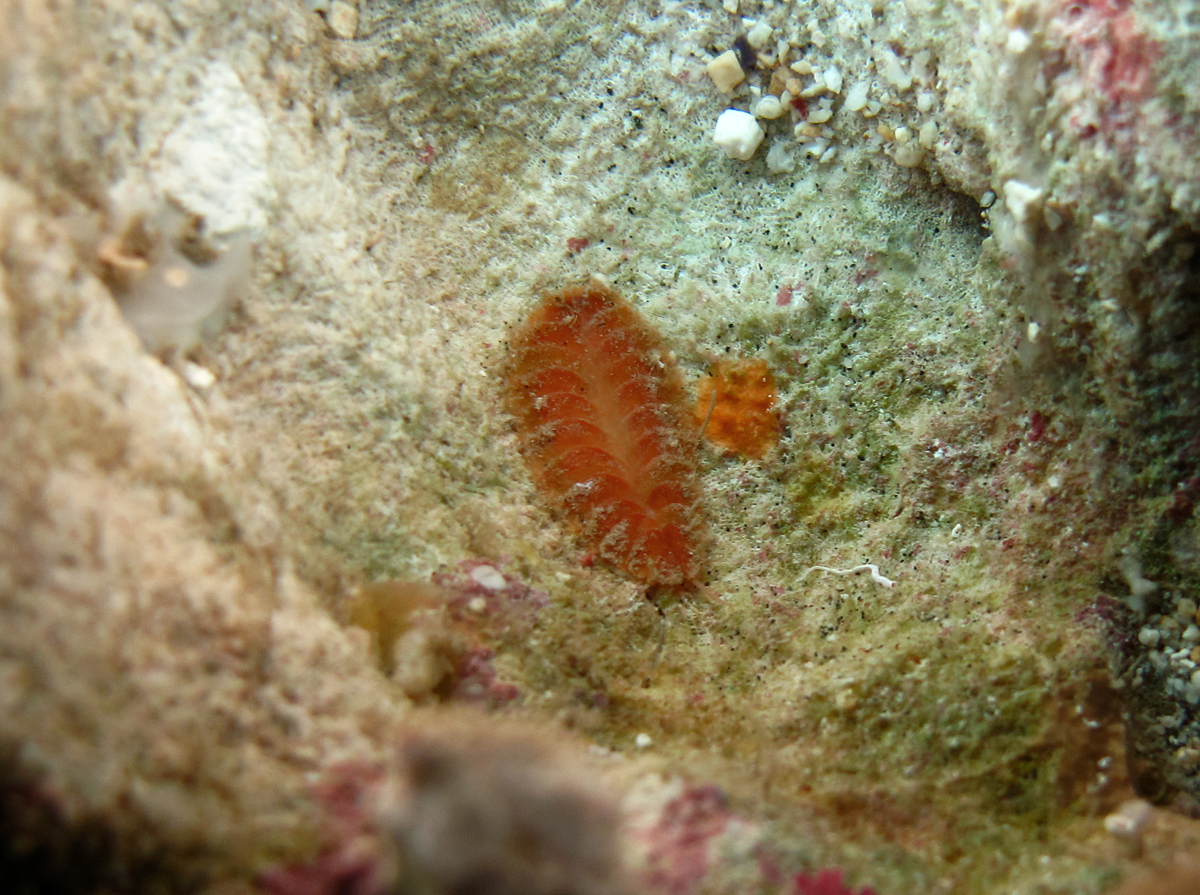
Iphione sp.
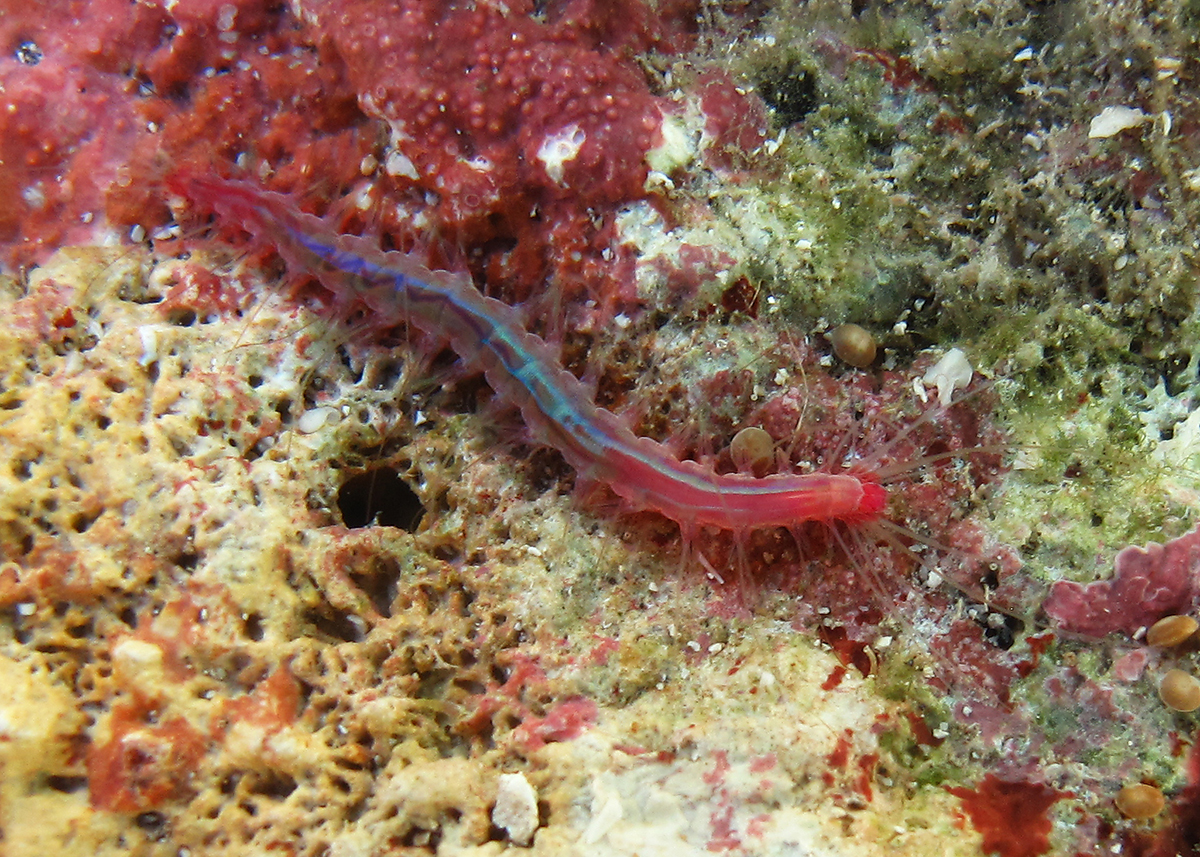
Un polychète du complexe Leocrates
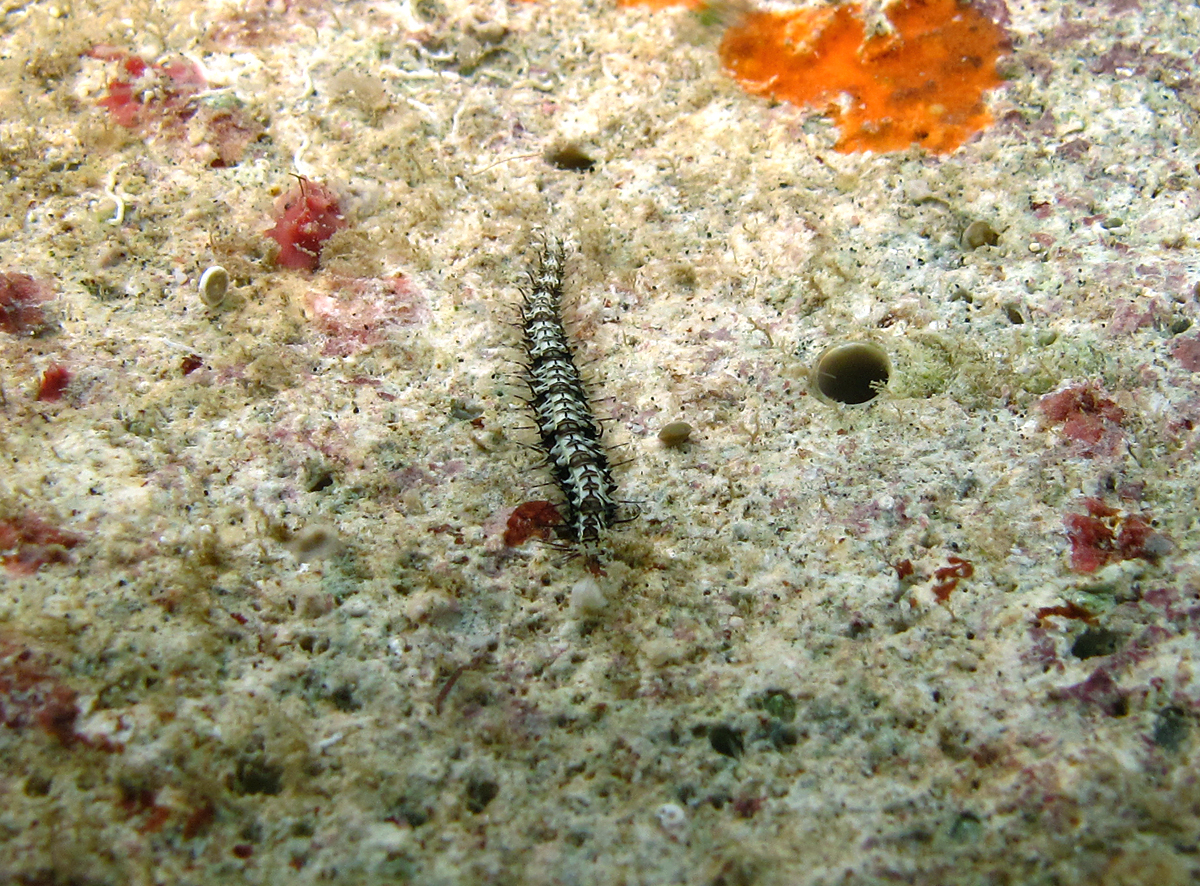
Un polychète de la famille des Hesionidae
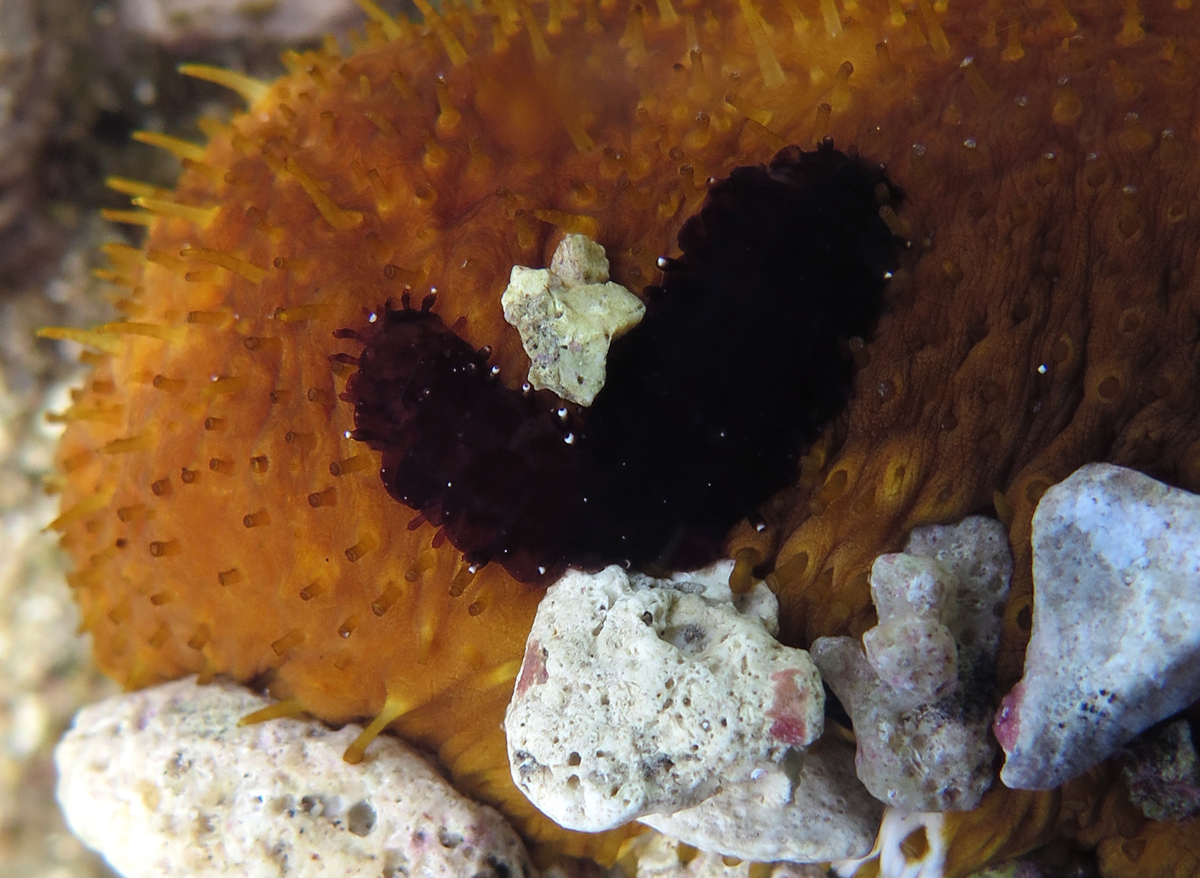
Gastrolepidia clavigera (sur Bohadschia subrubra)
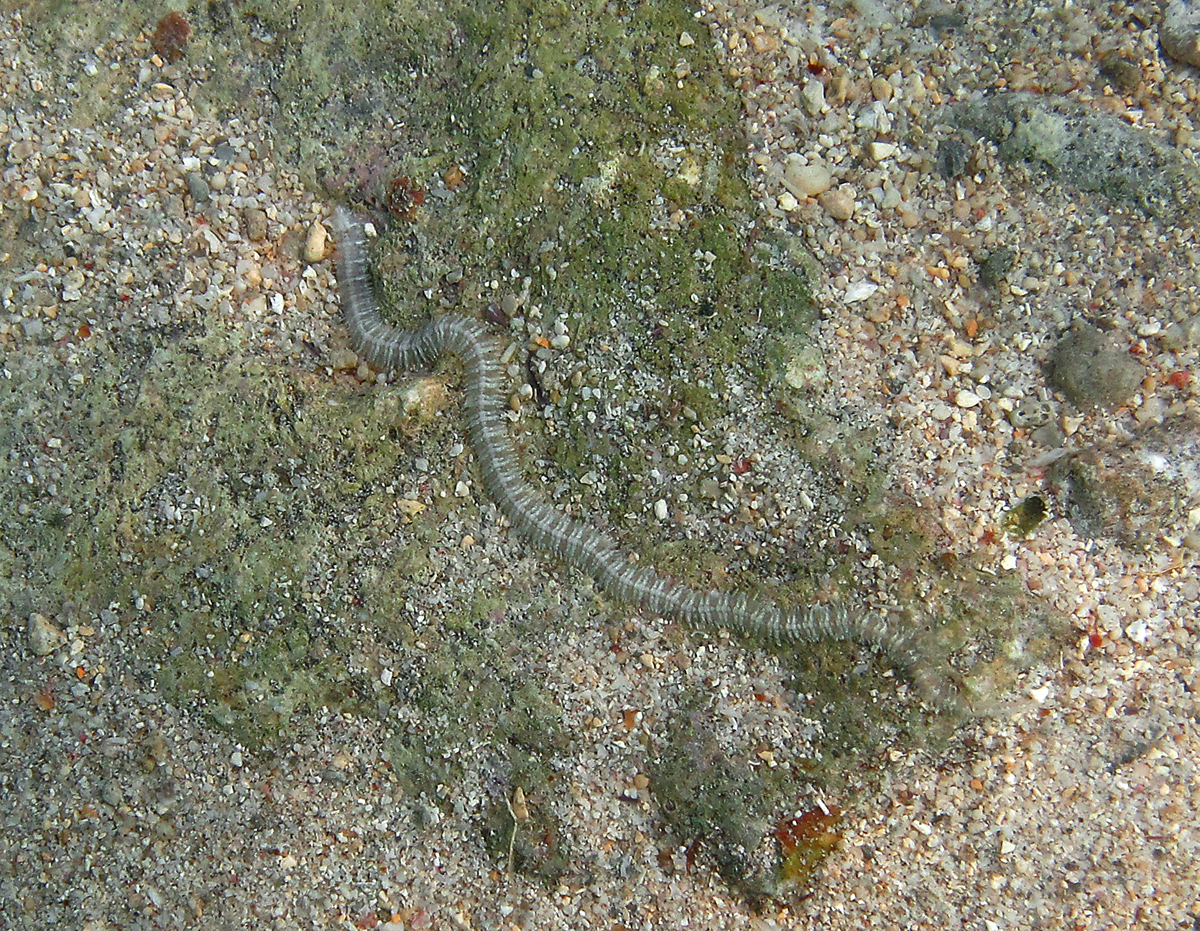
Un ver polynoïde (peut-être Lepidasthenia sp.?)
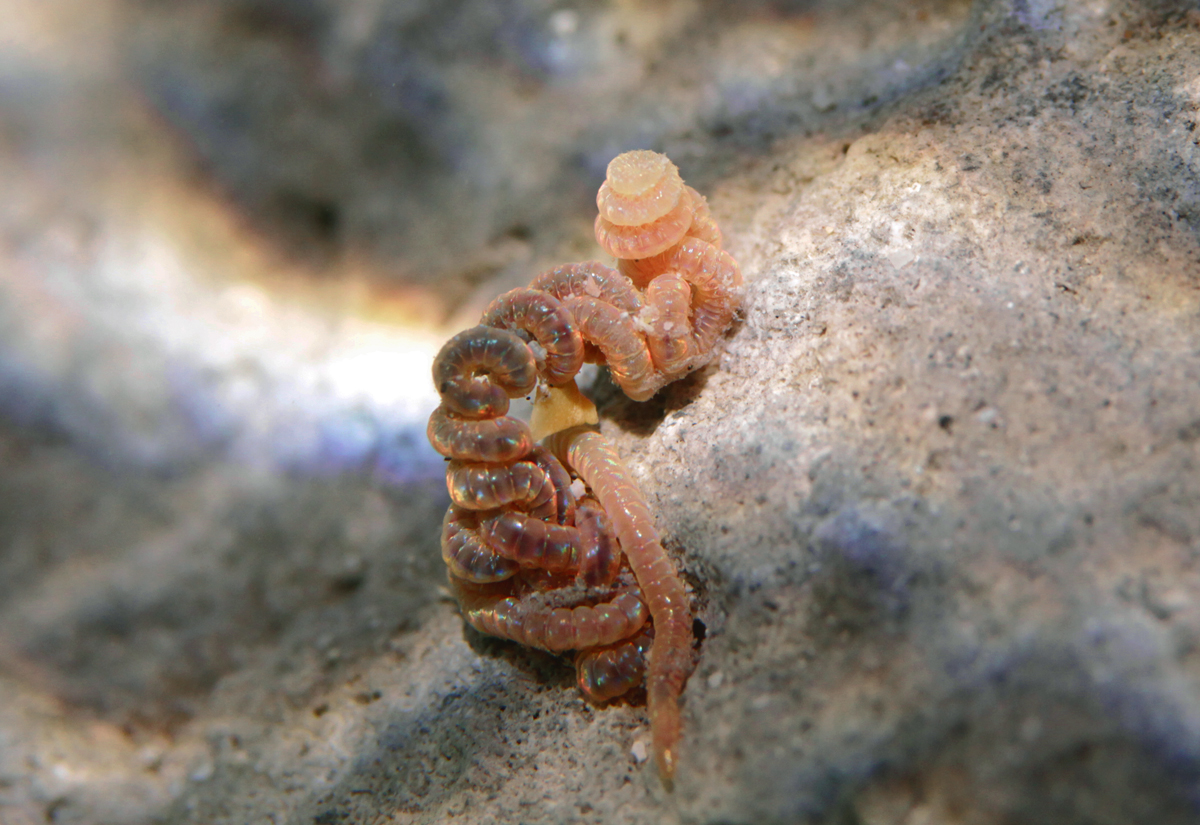
Un ver Eunicida (Lumbrineridae ou Oenonidae)
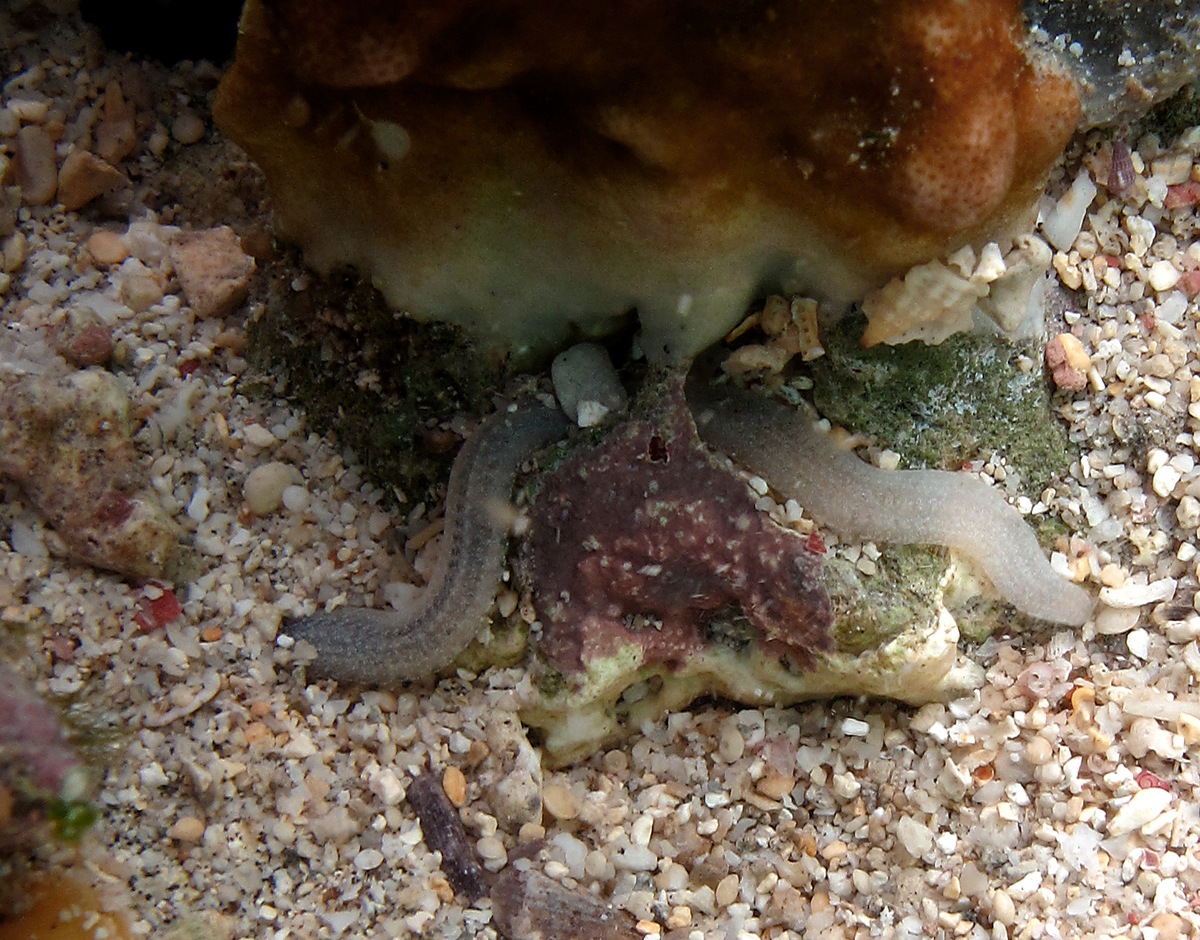
Un ver possiblement de la famille des Sigalionidae?
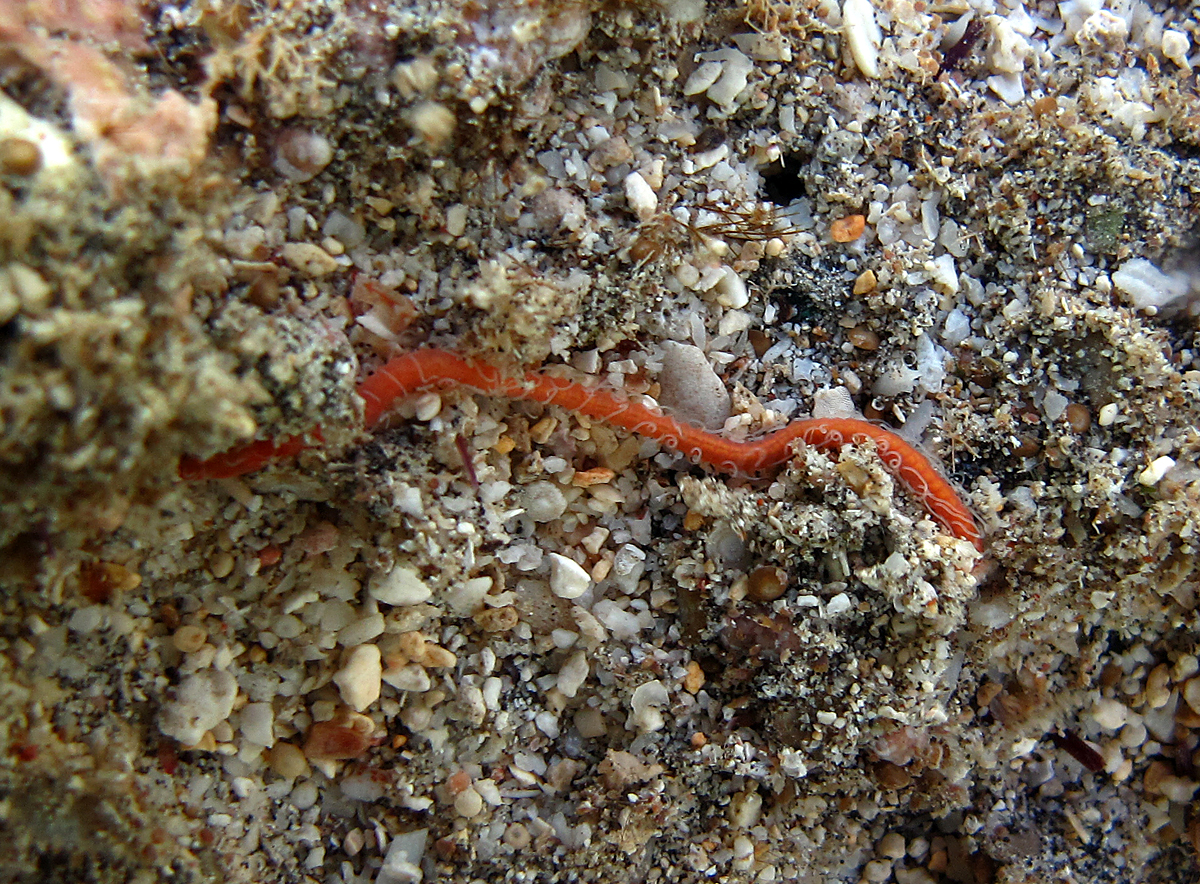
Un ver de la famille des Syllidae
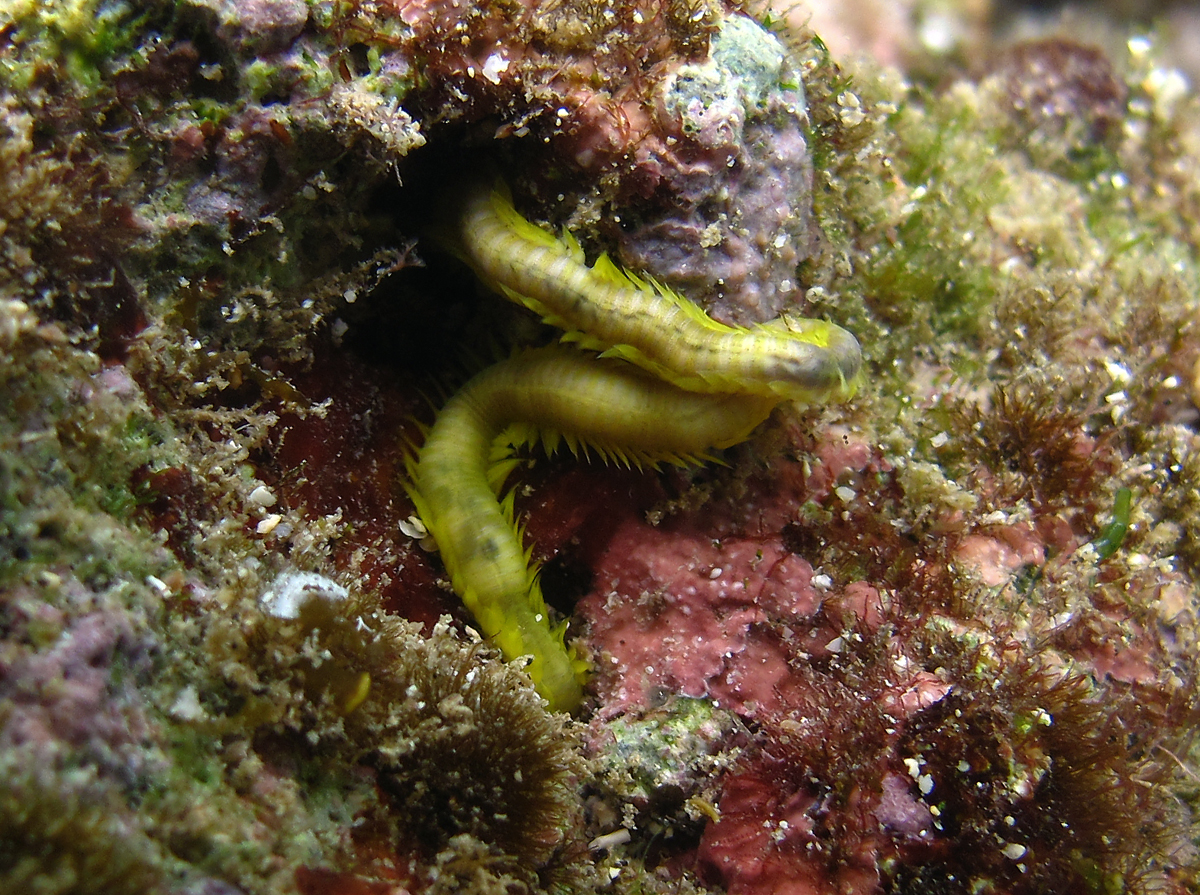
Un ver de la famille des Phyllodocidae
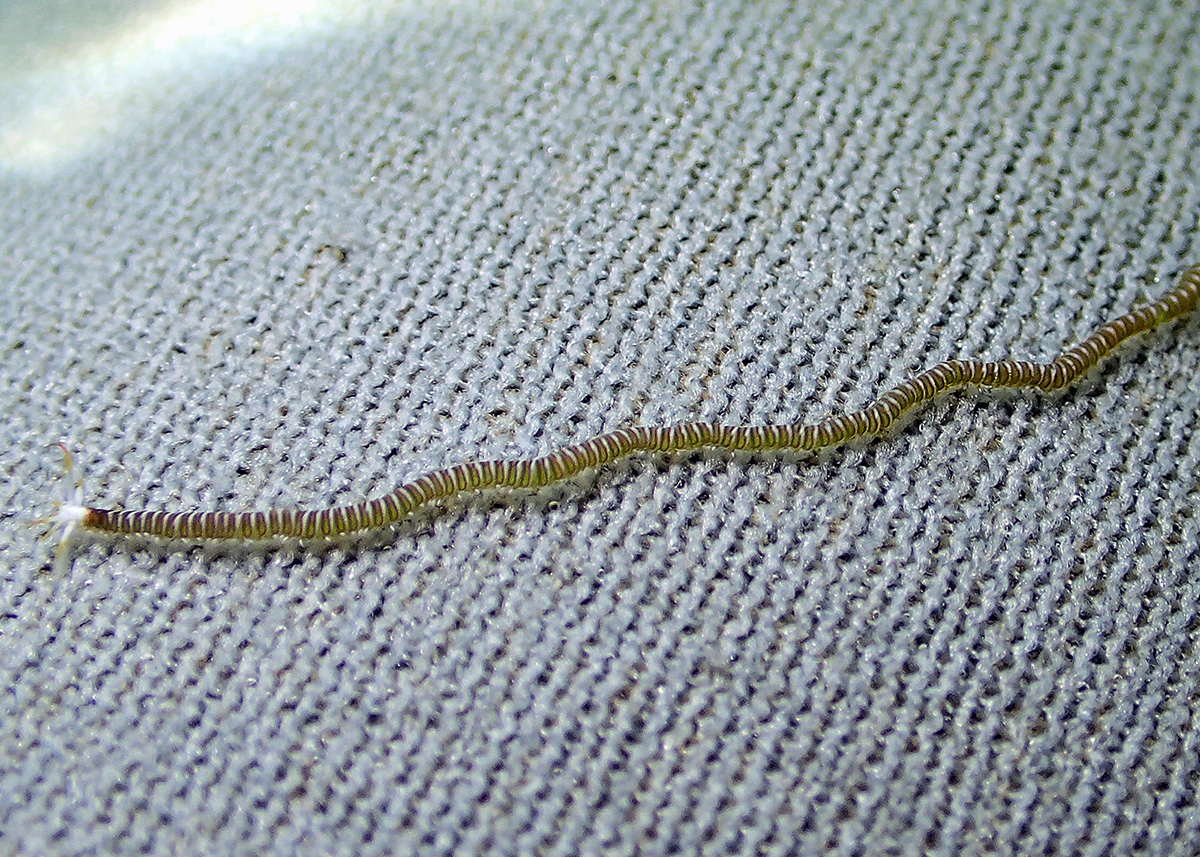
Un polychète phyllodocide non identifié
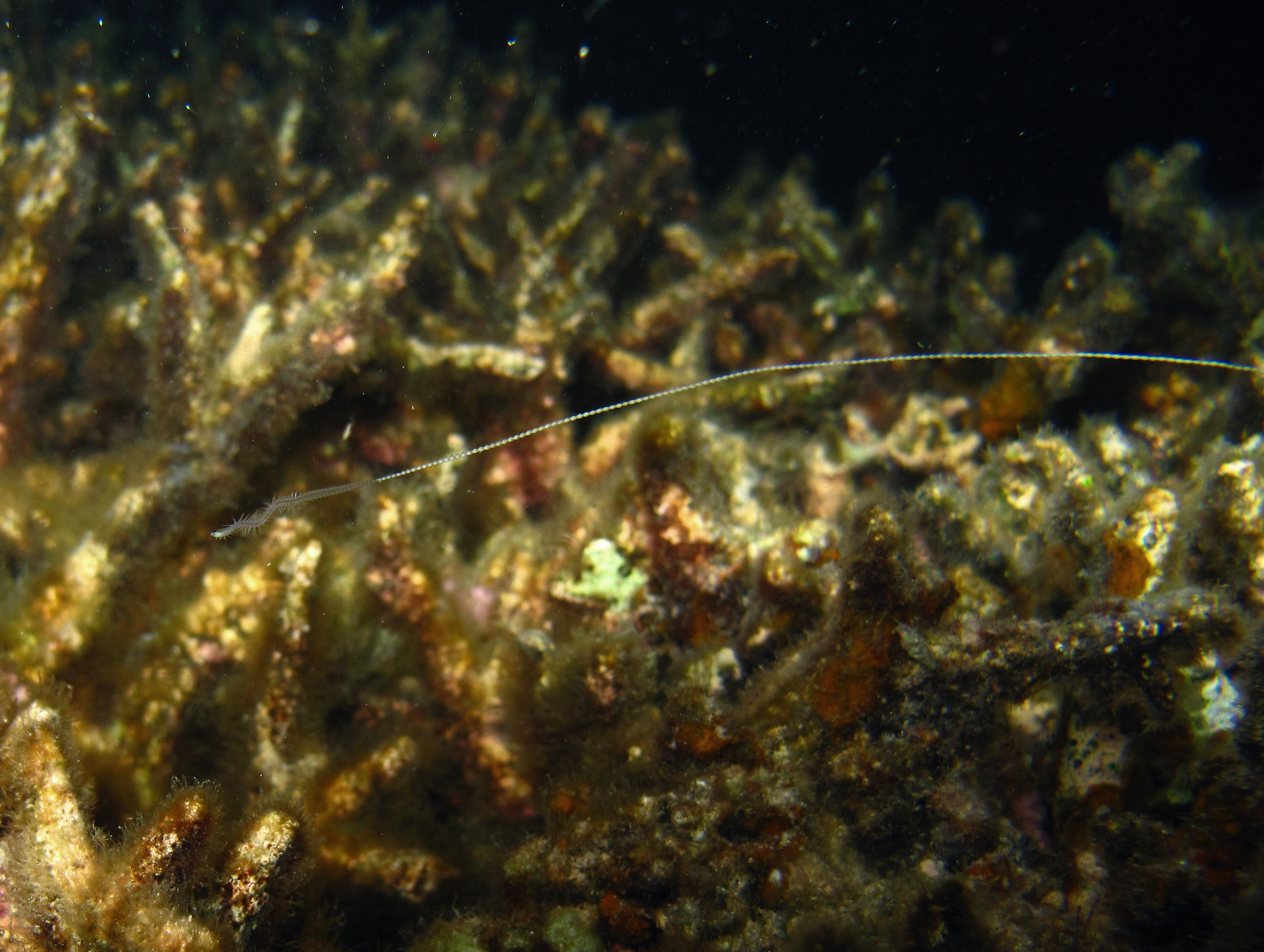
Un polychète épitoque

Sedentaria

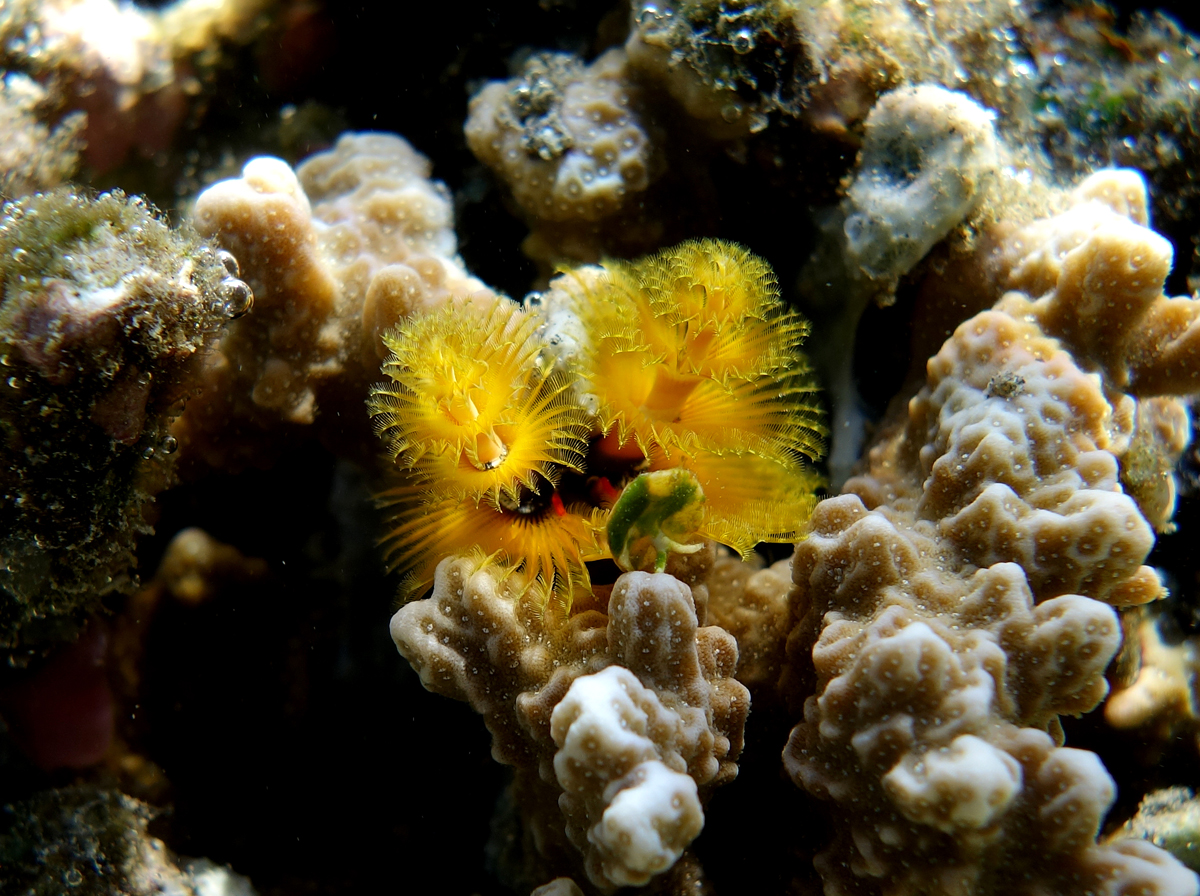
Un ver arbre de Noël (Spirobranchus cf. gardineri?)
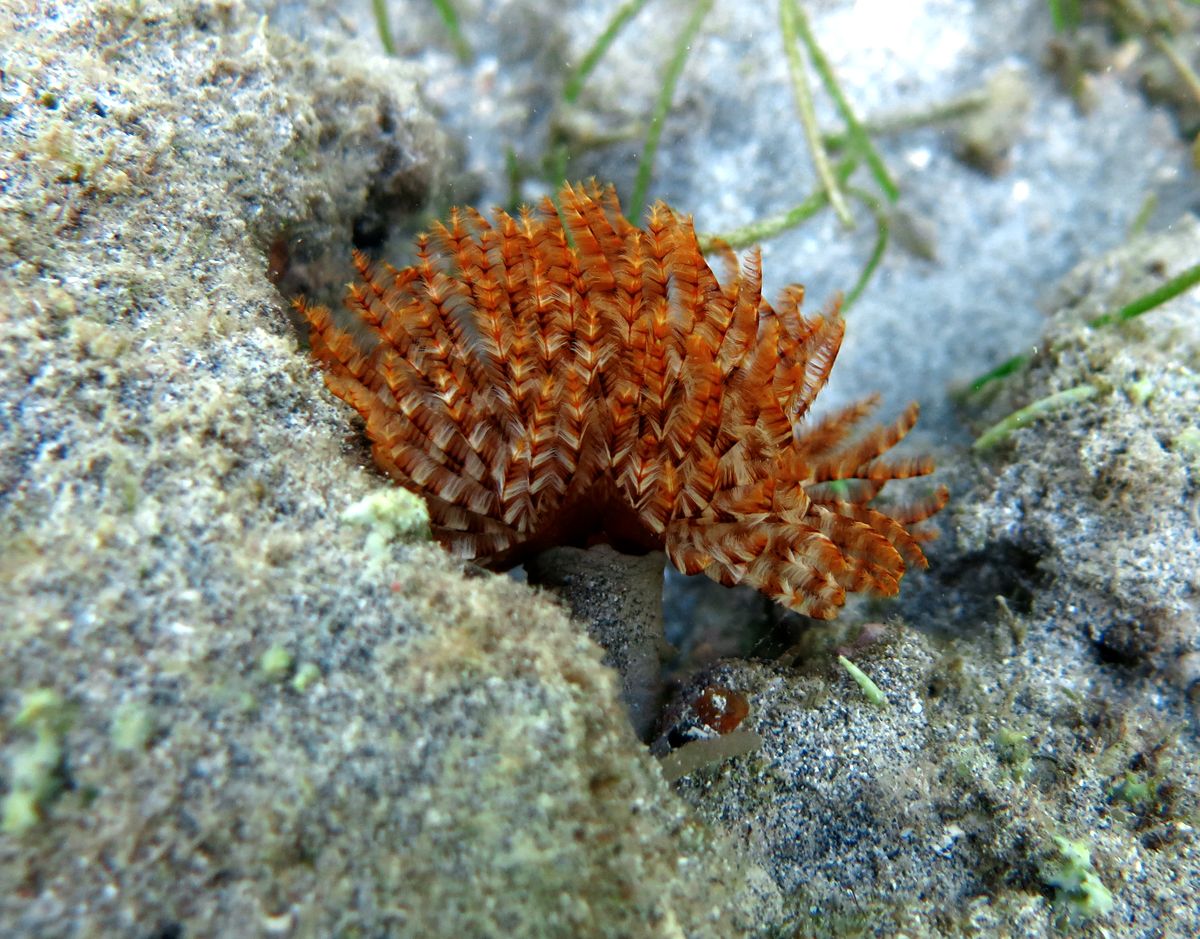
Sabellastarte sp.
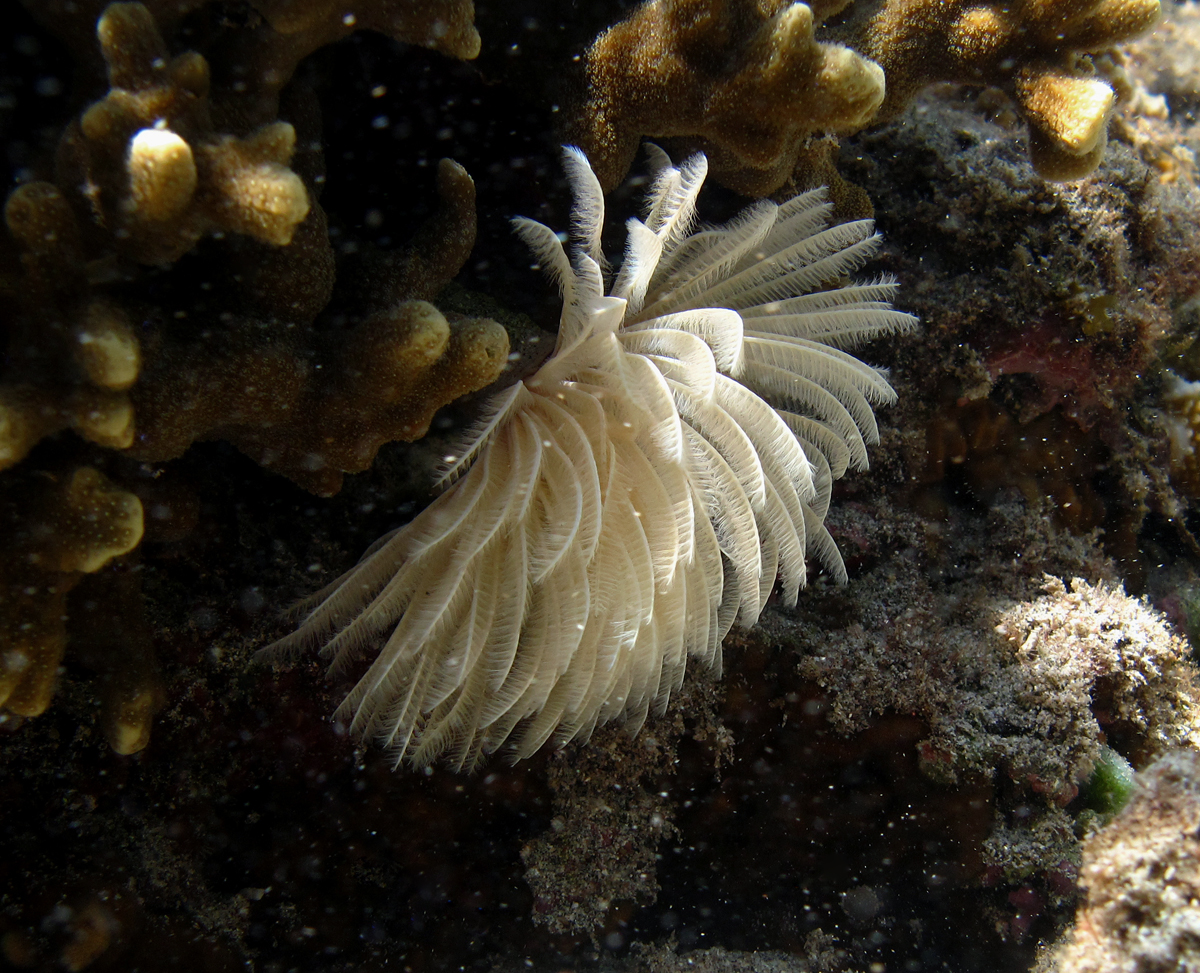
Une sabelle (famille des Sabellidae, peut-être Sabellastarte)
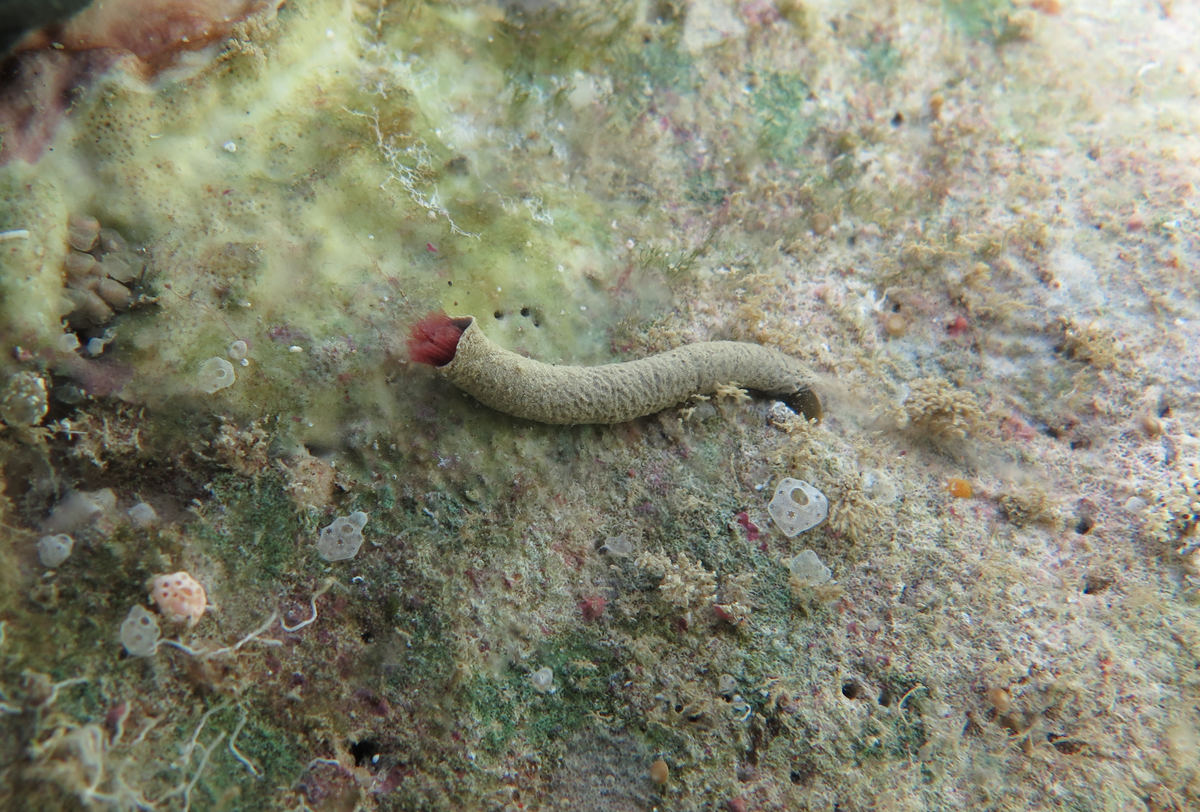
Une sabelle (famille des Sabellidae)
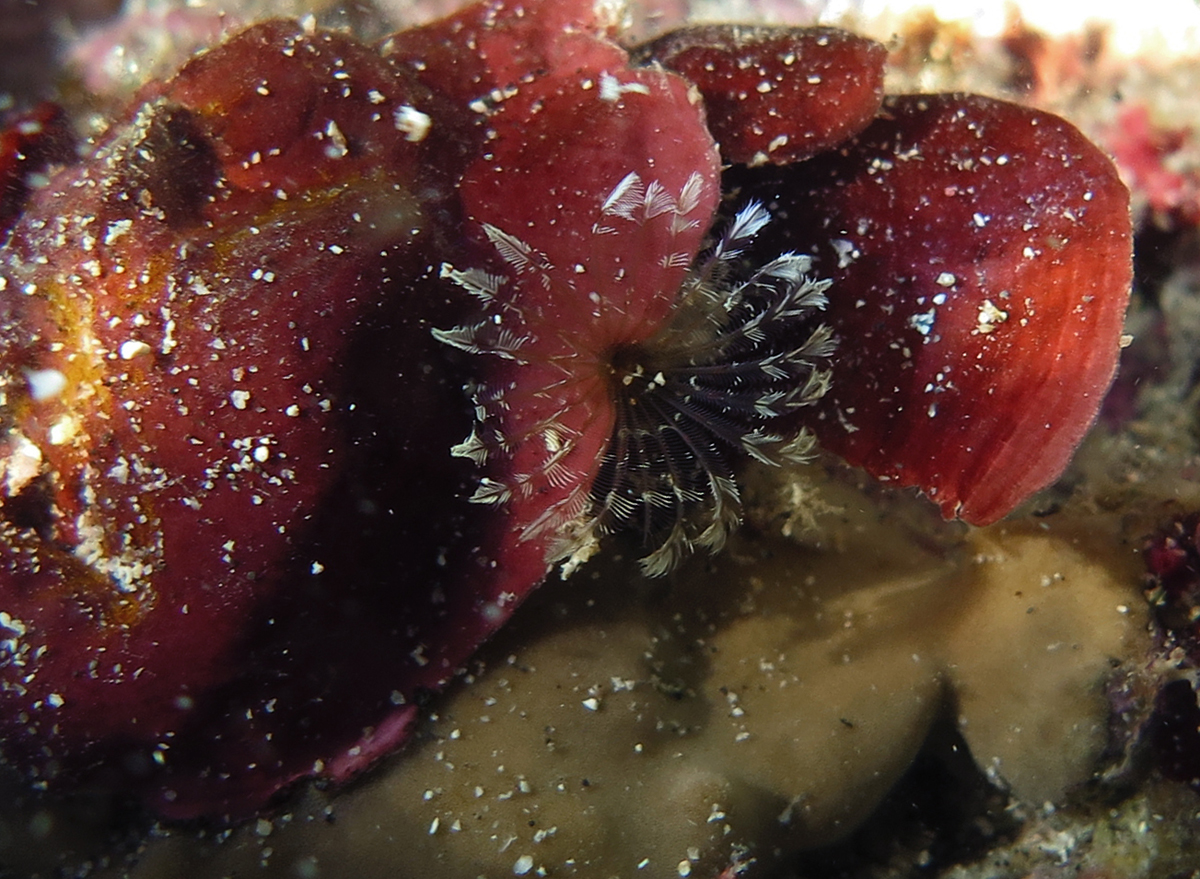
Un ver de la famille des Sabellidae ou Serpulidae
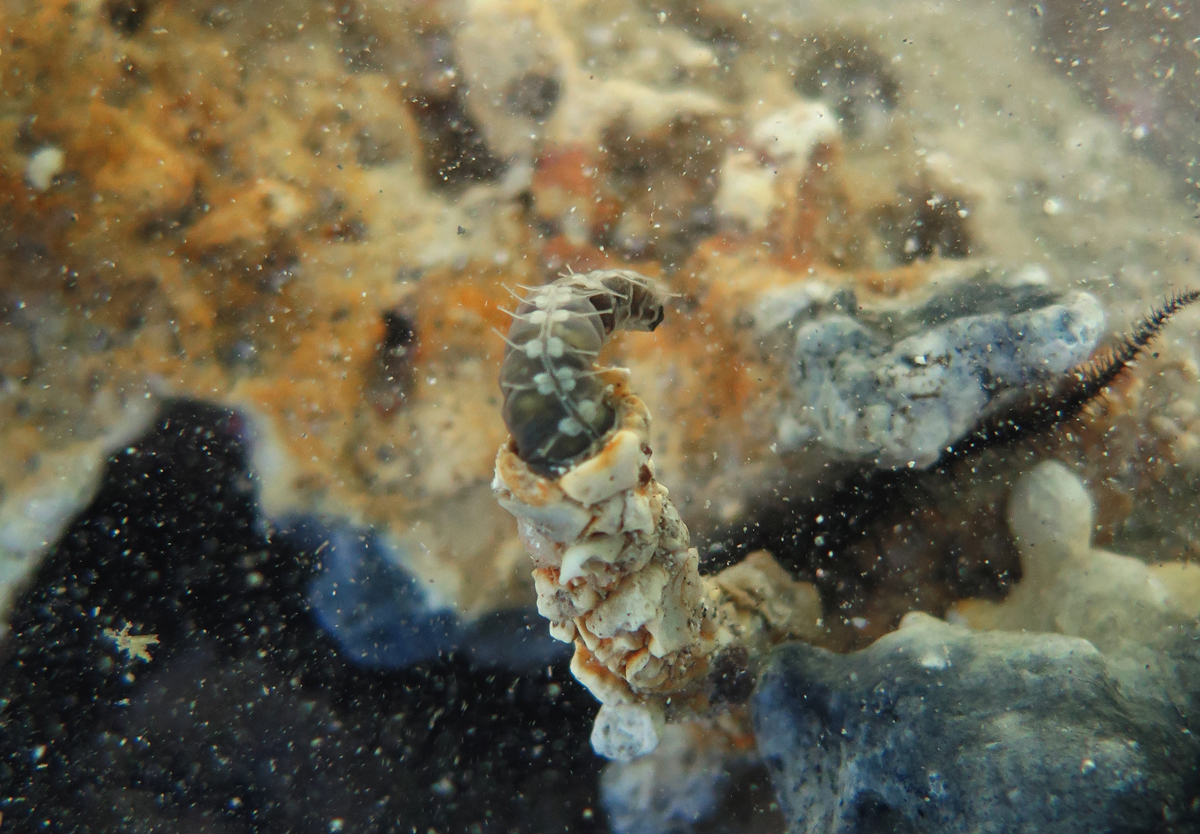
Un ver du genre Spiochaetopterus ou Phyllochaetopterus
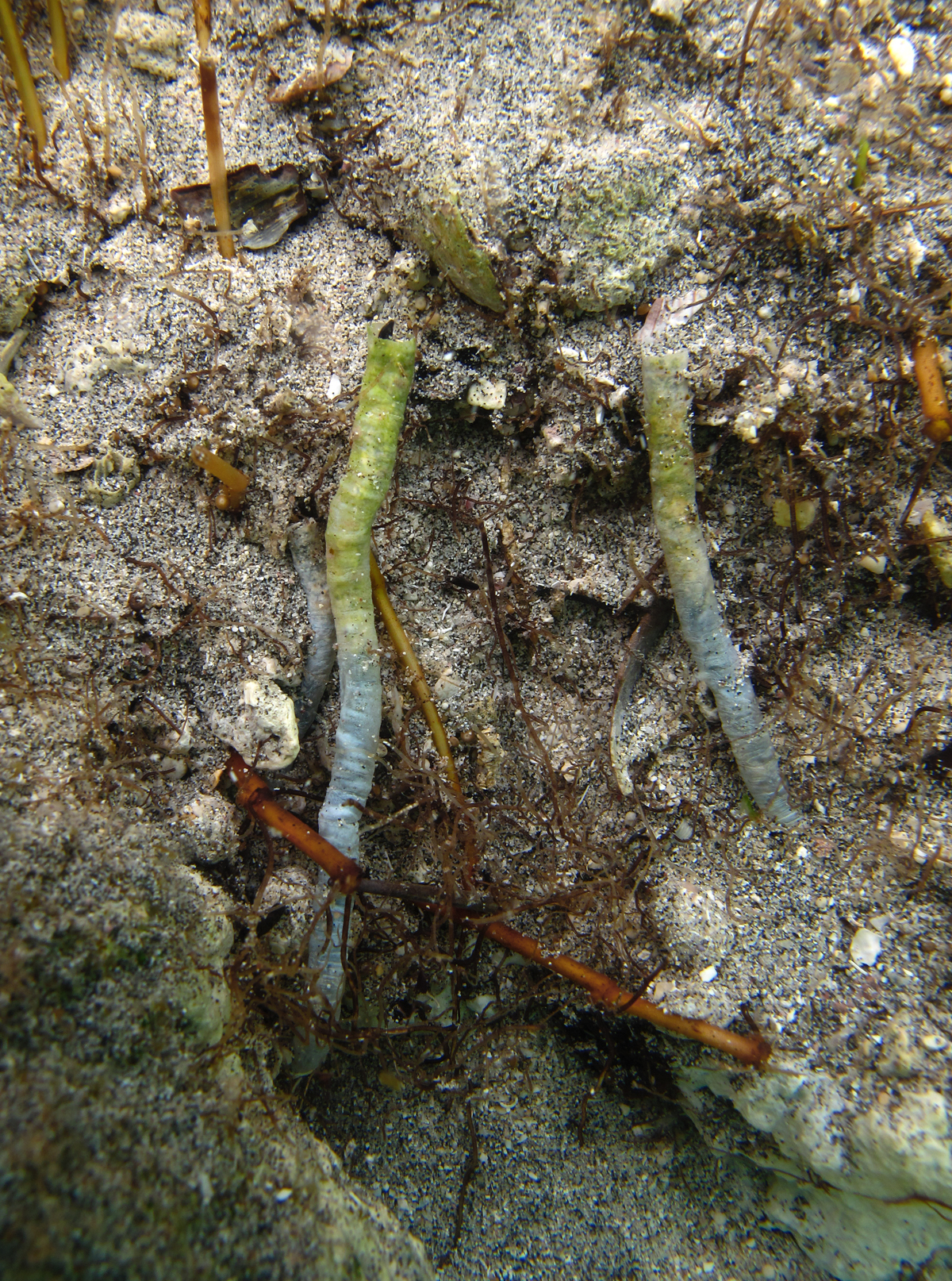
Des tubes de vers de la famille des Chaetopteridae
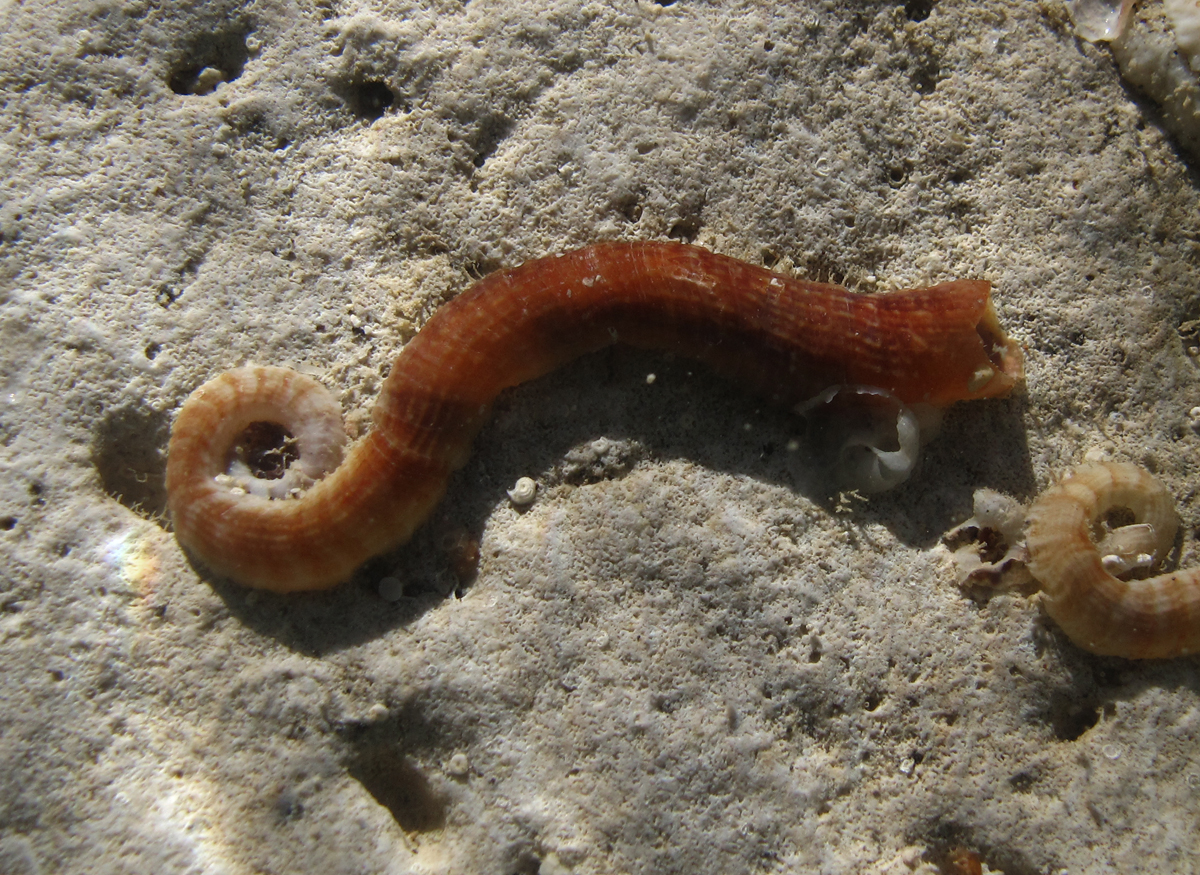
Un ver de la famille des Serpulidae?
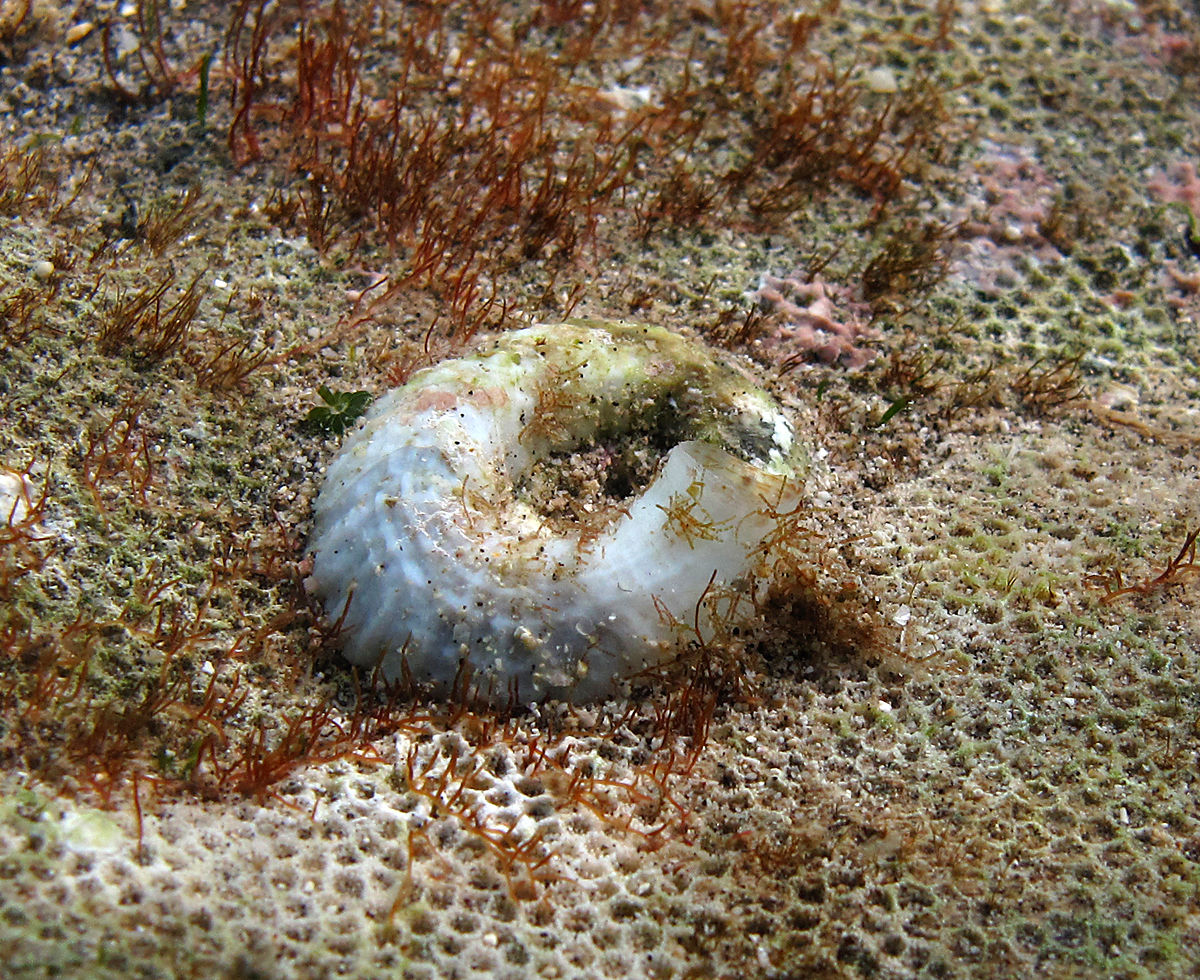
Un ver de la famille des Serpulidae (ou un mollusque Vermetidae?)
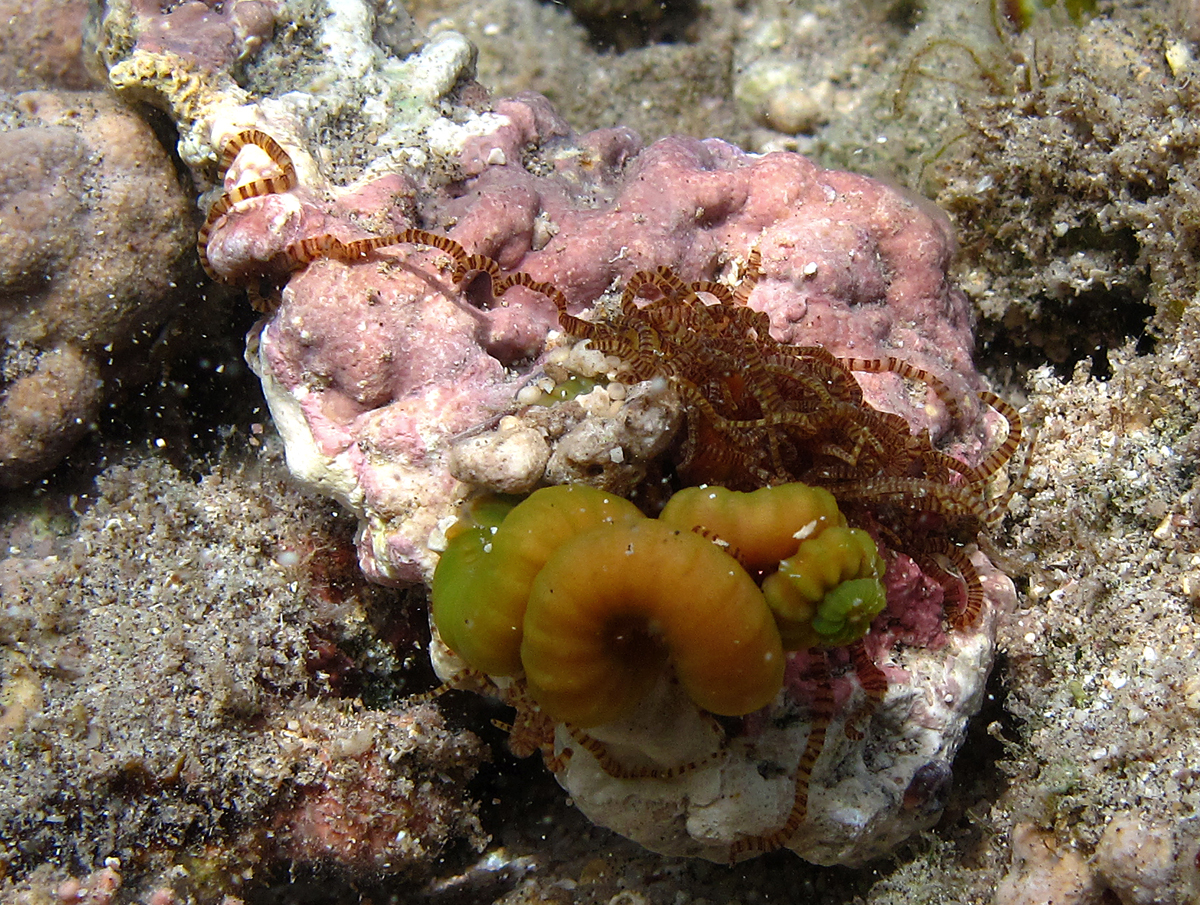
Un ver terebellide, Loimia sp.?
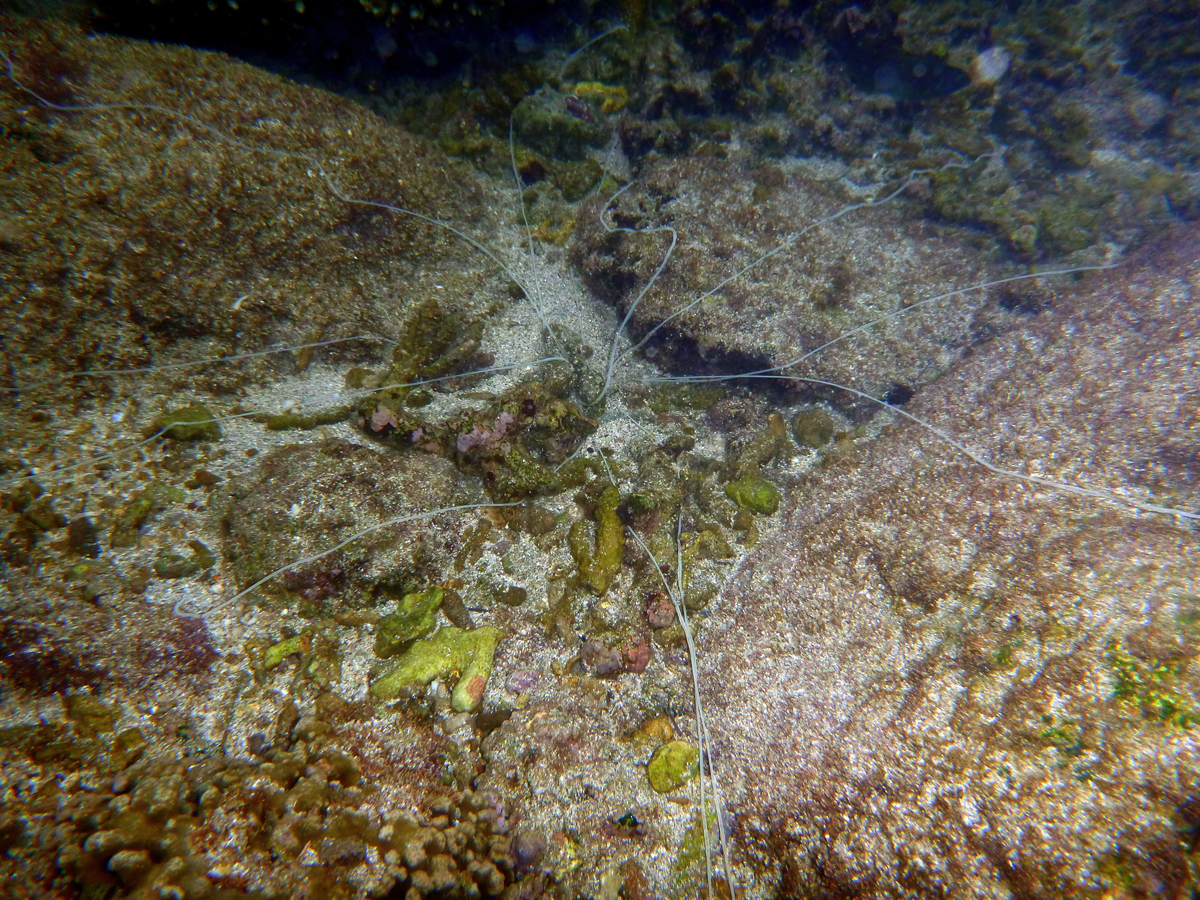
Un ver terebellide?
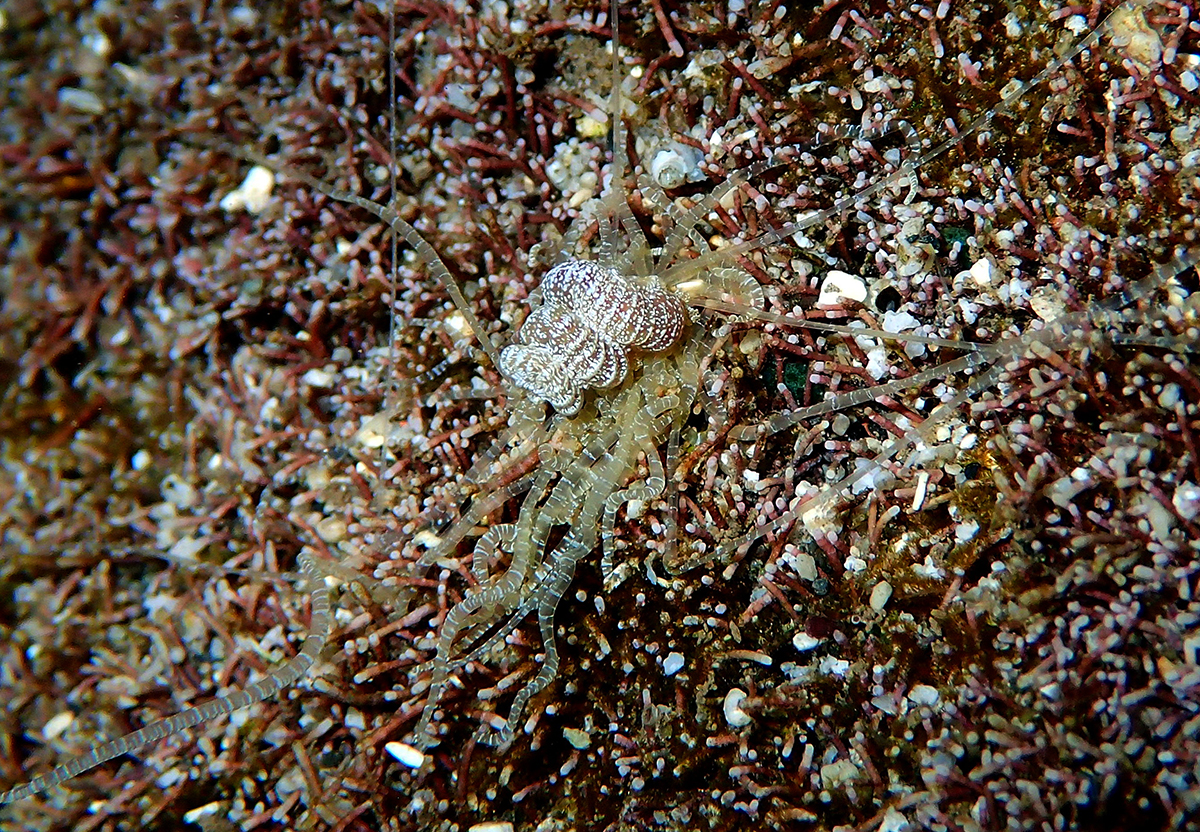
Un ver terebellide de la famille des Terebellidae
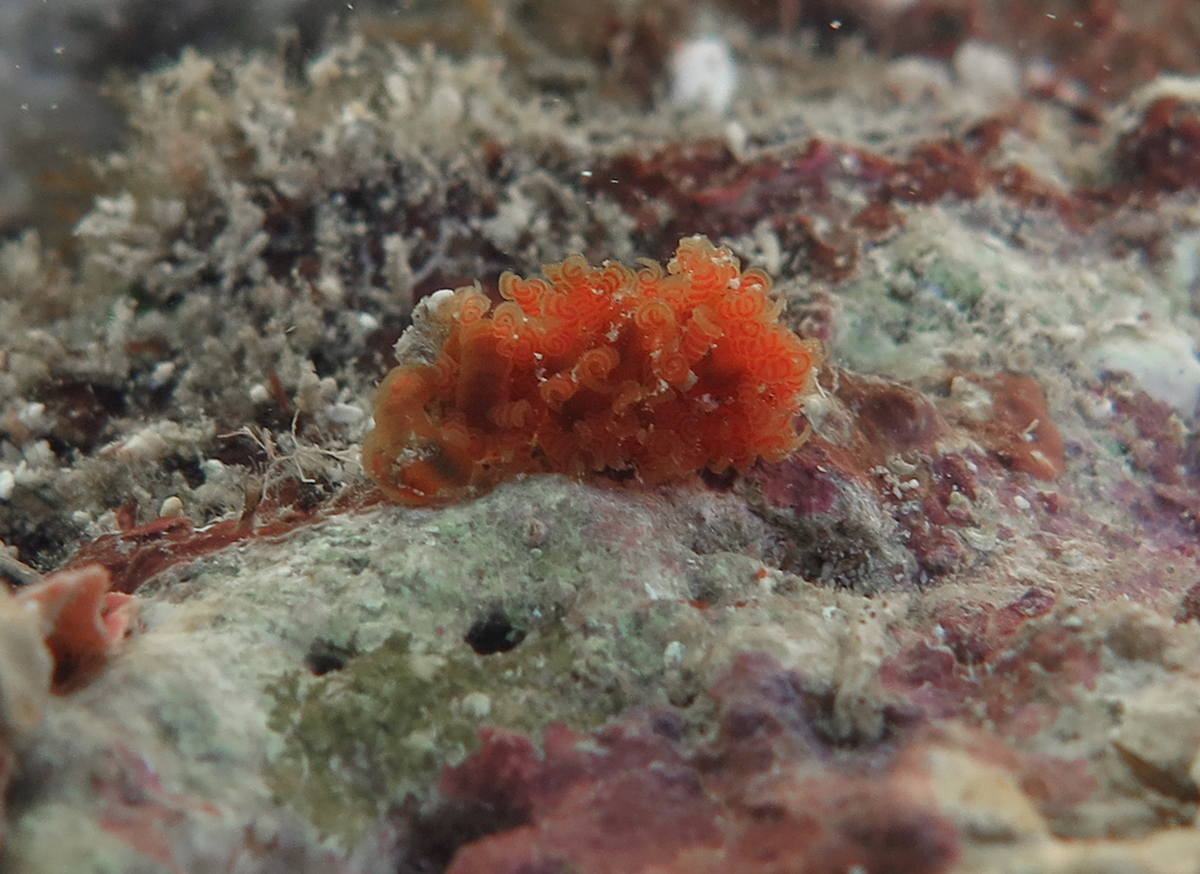
Un verde la famille des Cirratulidae
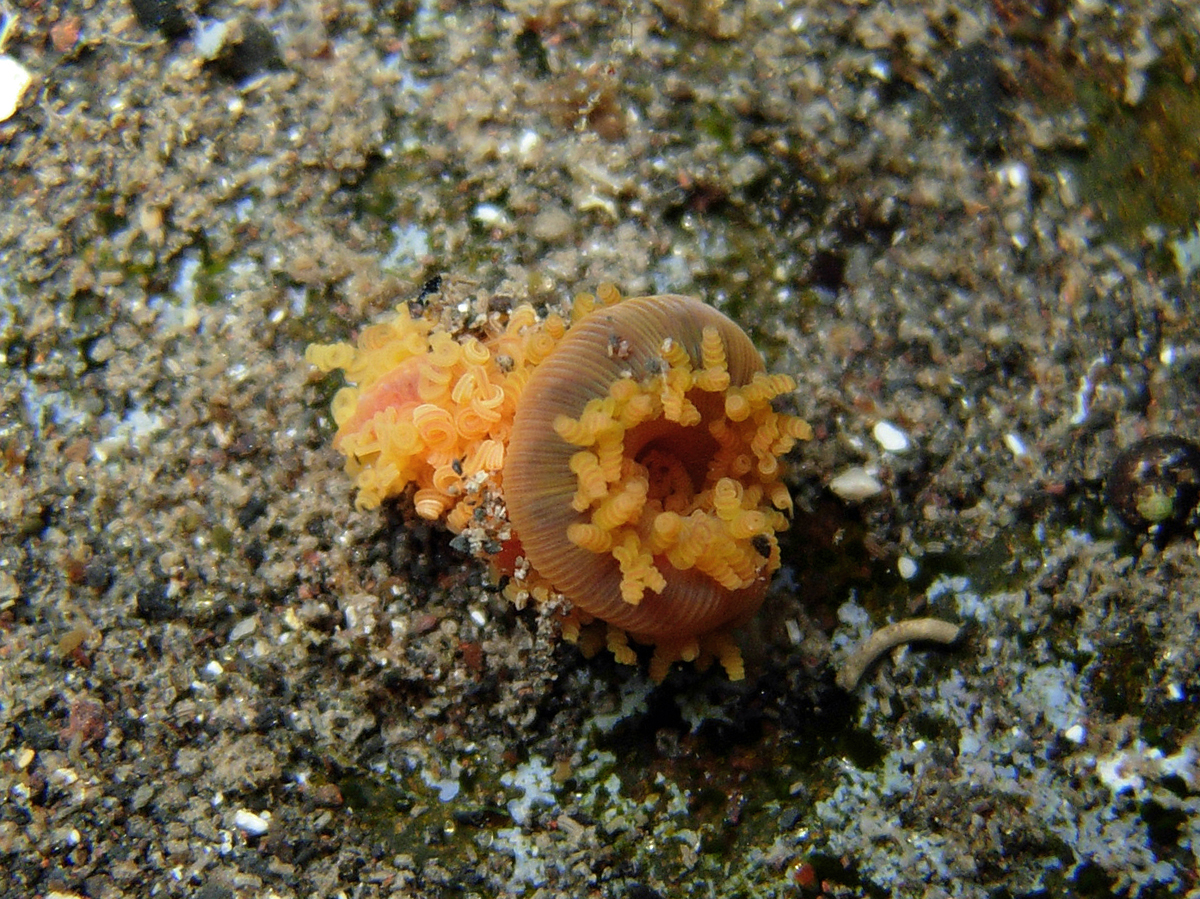
Un ver de la famille des Cirratulidae
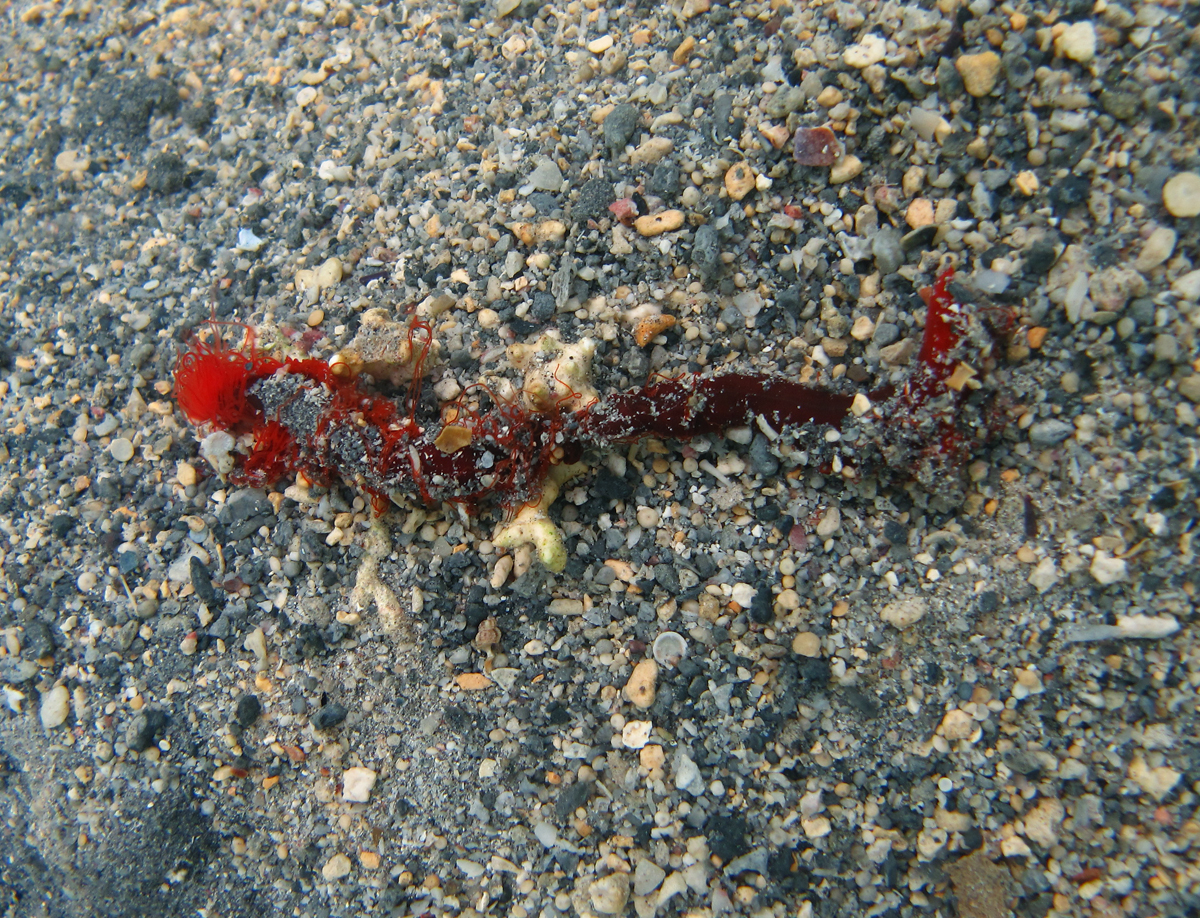
Un ver de la famille des Cirratulidae
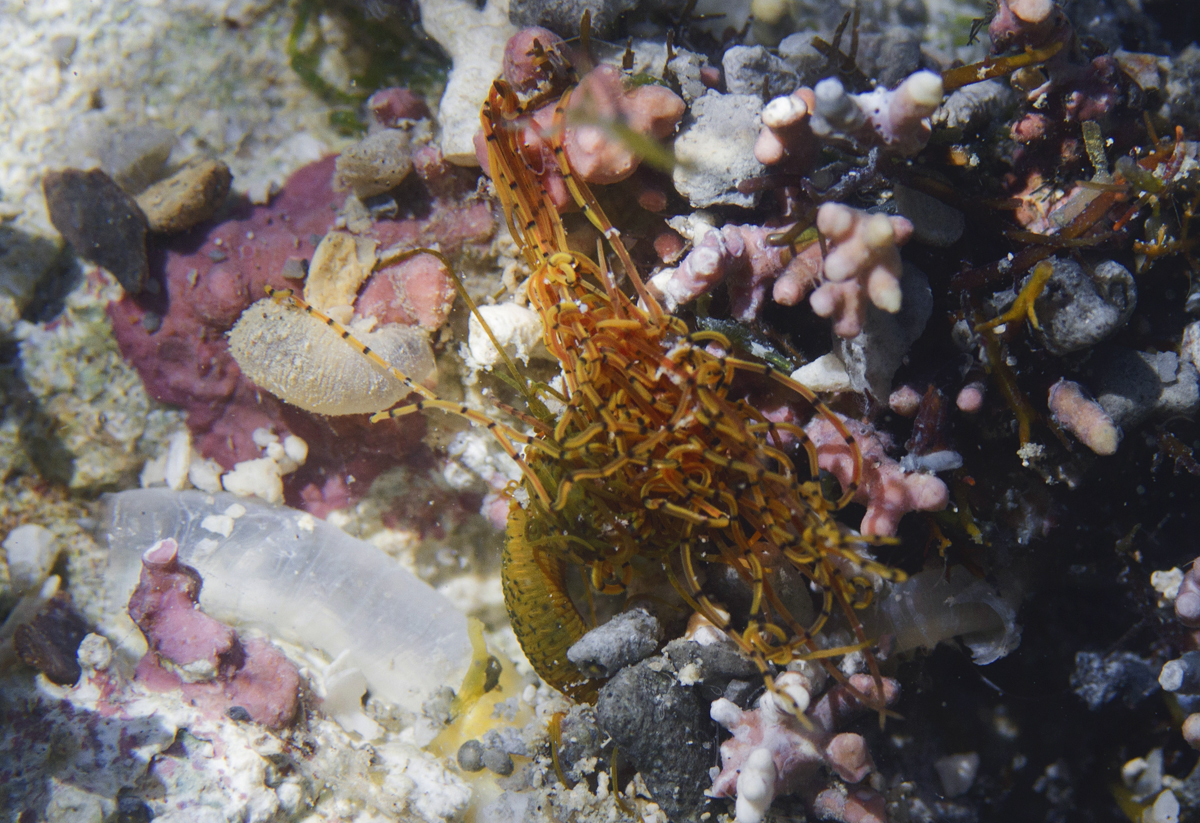
Un ver de l'ordre des Cirratulida
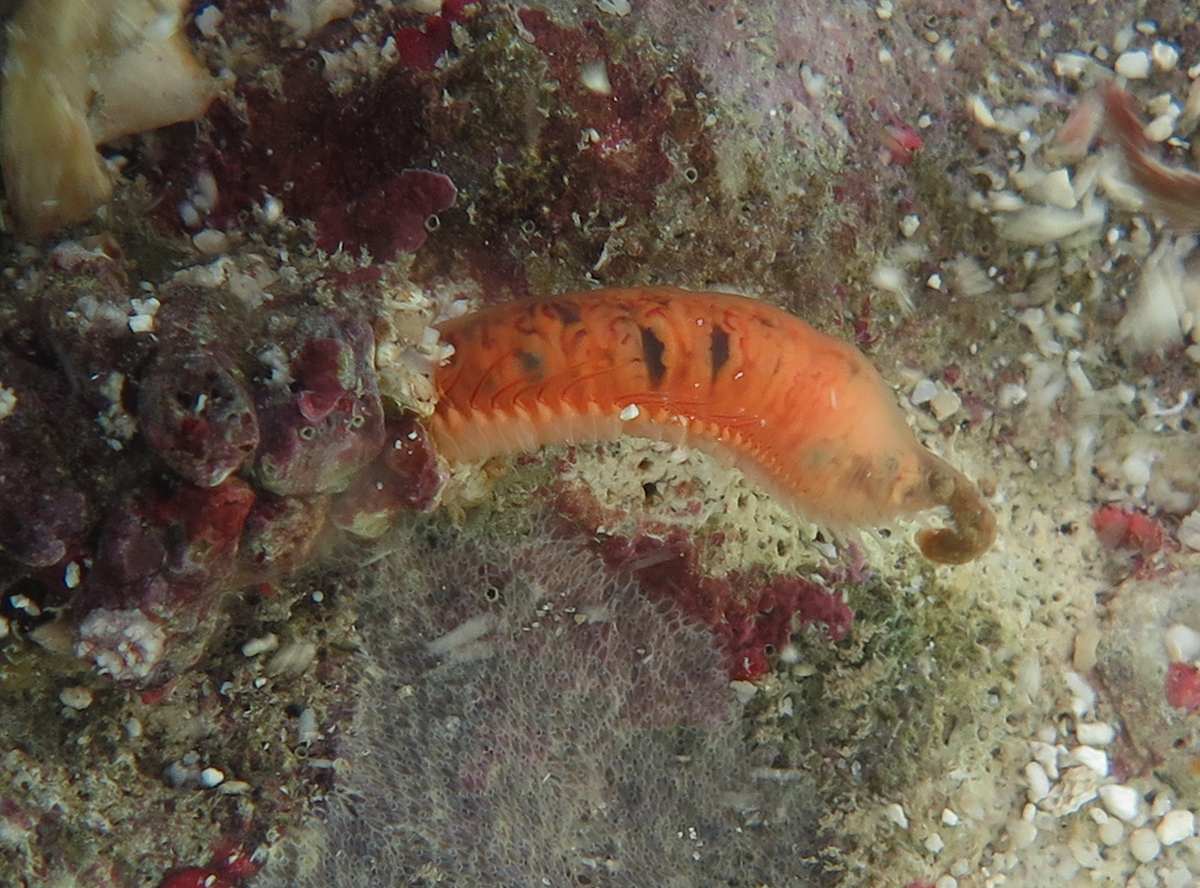
Un ver de la famille des Sabellariidae (extrémité postérieure)
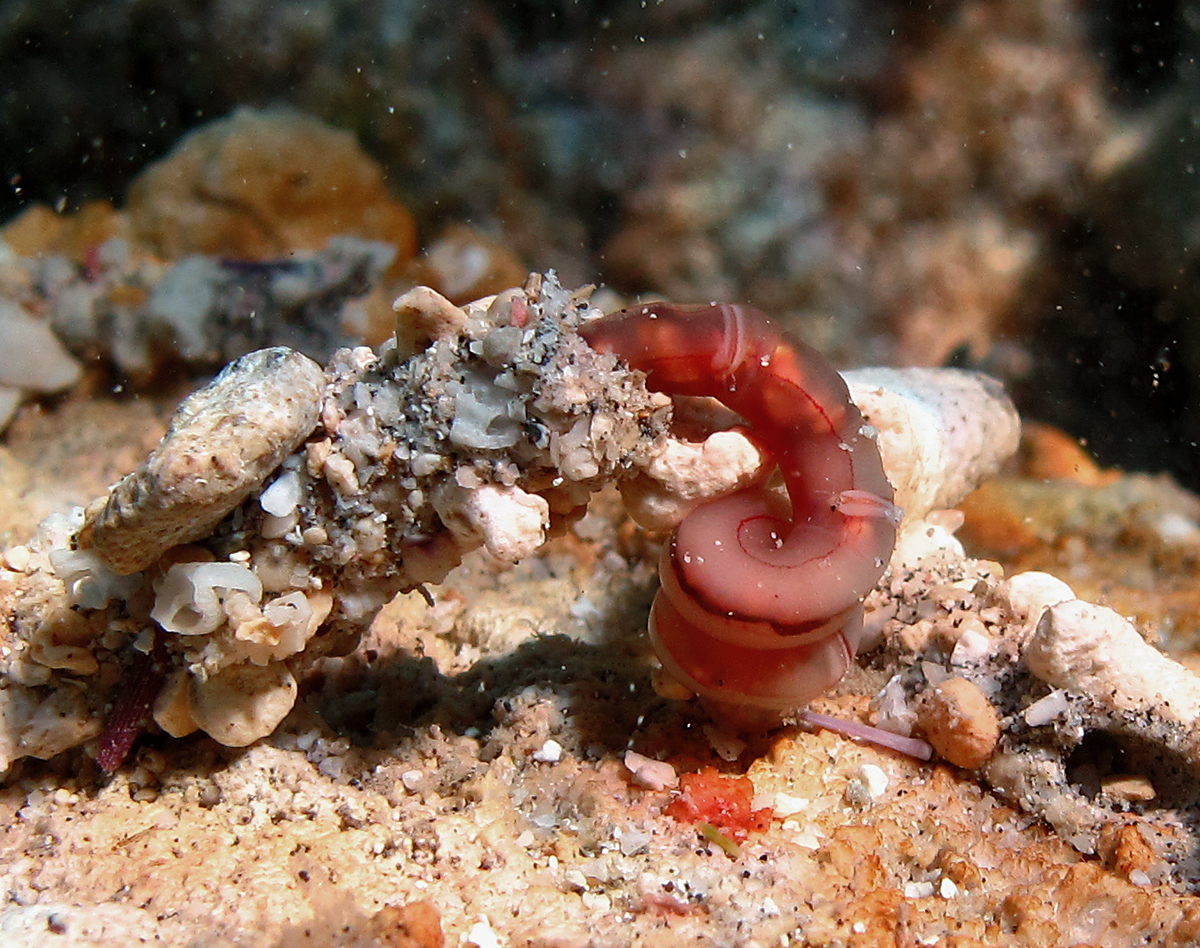
Un ver bambou de la famille des Maldanidae
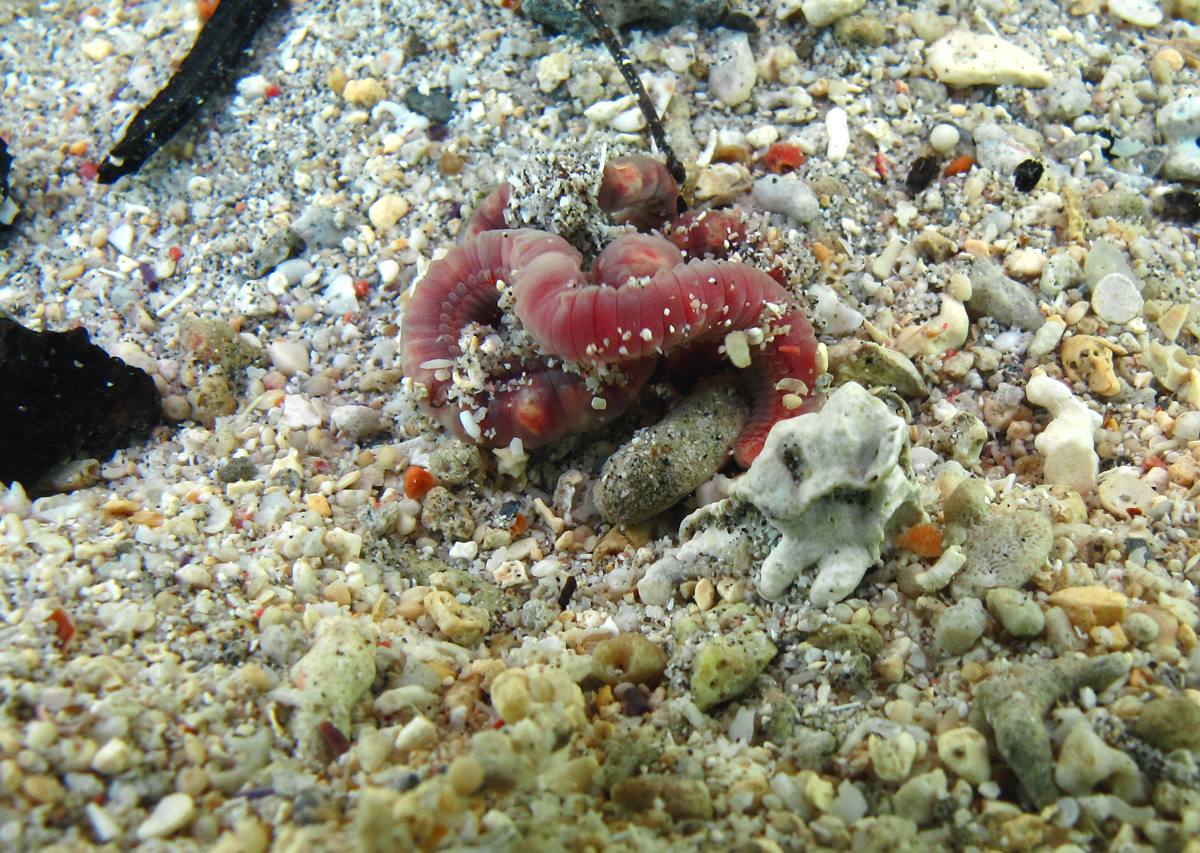
Un ver de la famille des Capitellidae

### Vers plathelminthes
Les Plathelminthes (du grec « platus », plat et « helmins », ver) sont des vers plats dont de nombreuses espèces sont des parasites. Les vers les plus connus de la classe des Turbellaria (vers plats non exclusivement parasites) sont les planaires, vers libres, nageurs ou rampants, dont l’épaisseur du corps peut mesurer moins d’un millimètre. Elles peuvent se reproduire de façon sexuée (les planaires sont hermaphrodites, la reproduction est croisée) ou par scissiparité. Leur corps étant extrêmement fragile, elles sont capables de régénérer une de ses parties amputées, y compris la tête, qui contient un réseau organisé de neurones. Ce sont des êtres complexes, qui sont capables d’apprentissage et donc de mémoire, les contenus mémorisés restant intacts après décapitation et régénération de la tête. 32 espèces de planaires ont pour le moment été recensées à La Réunion, mais leur taxonomie est encore peu claire, et les différentes sources tendent à attribuer des noms divergents (quand ce ne sont pas de simples numéros) aux mêmes morphotaxons.

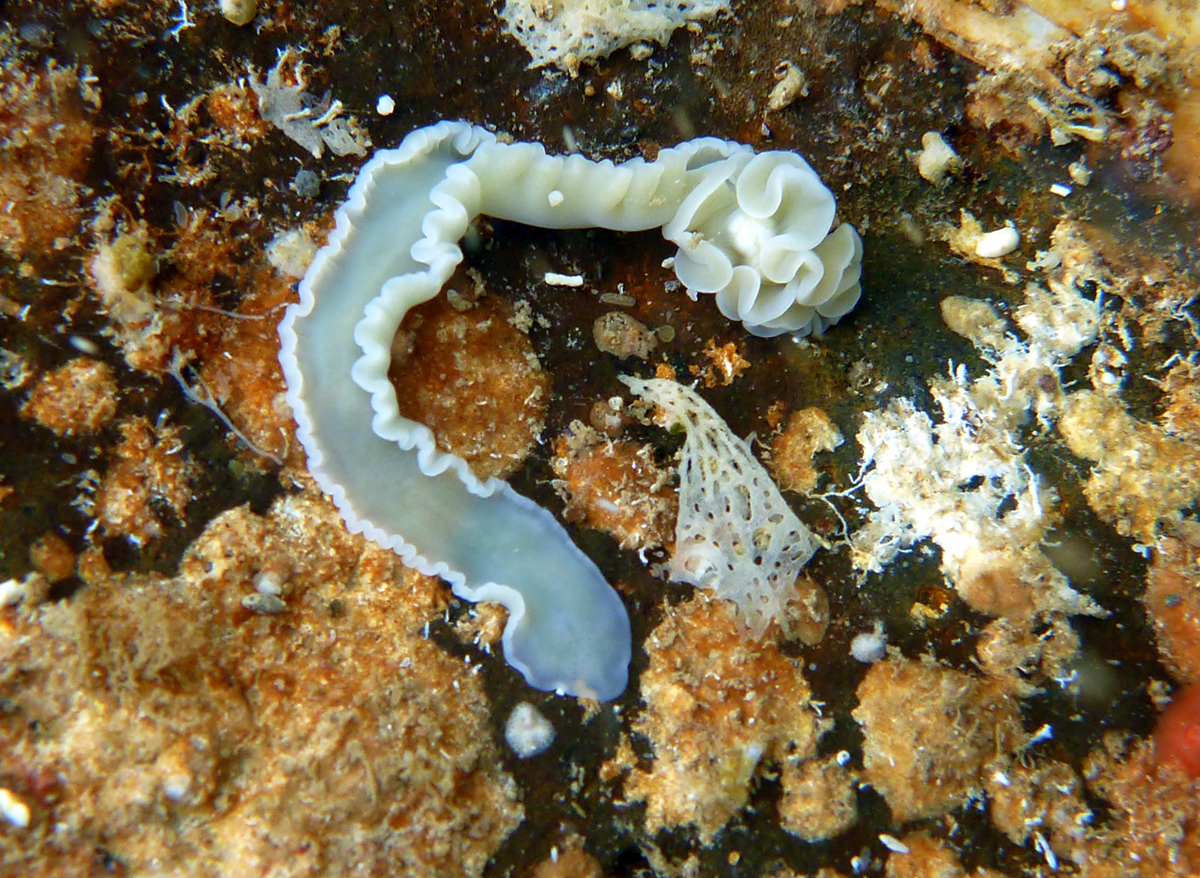
Cestoplana sp. 1
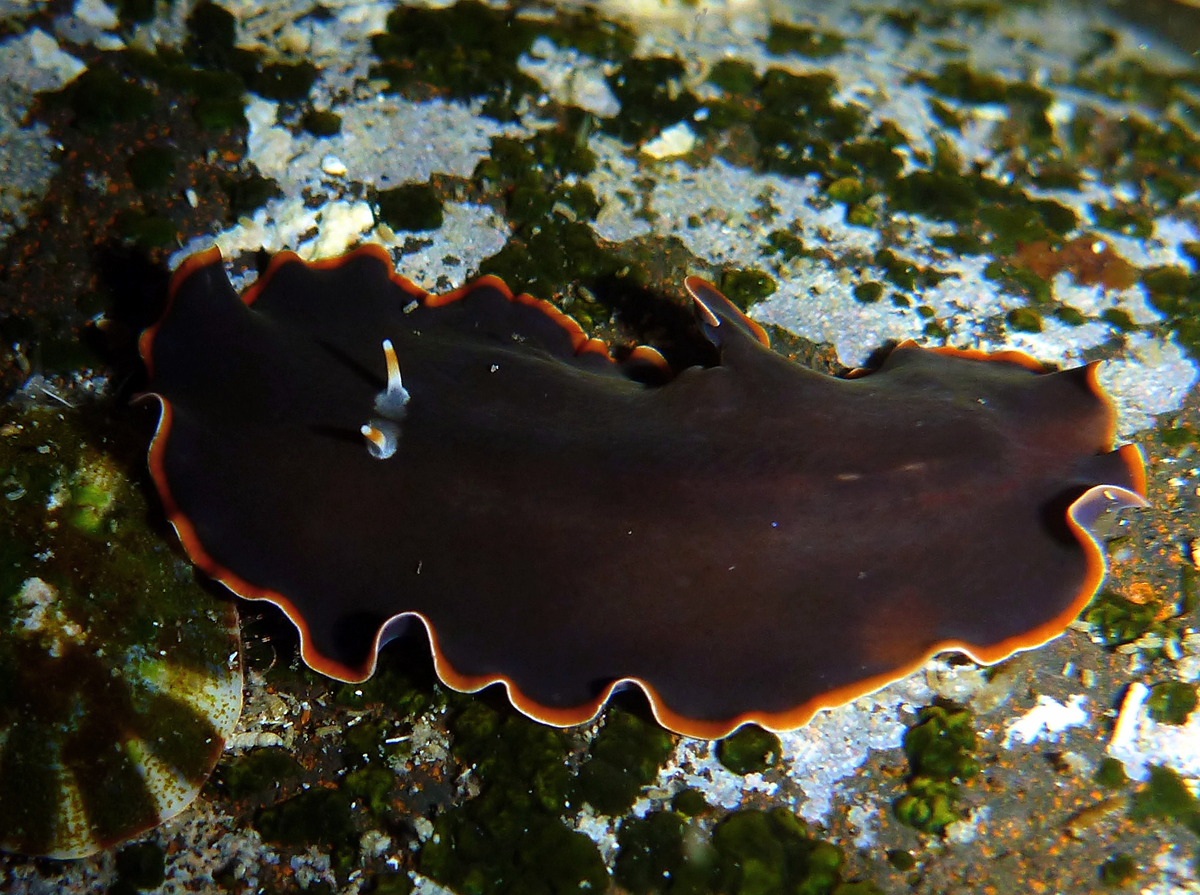
Un plathelminthe Callioplana marginata
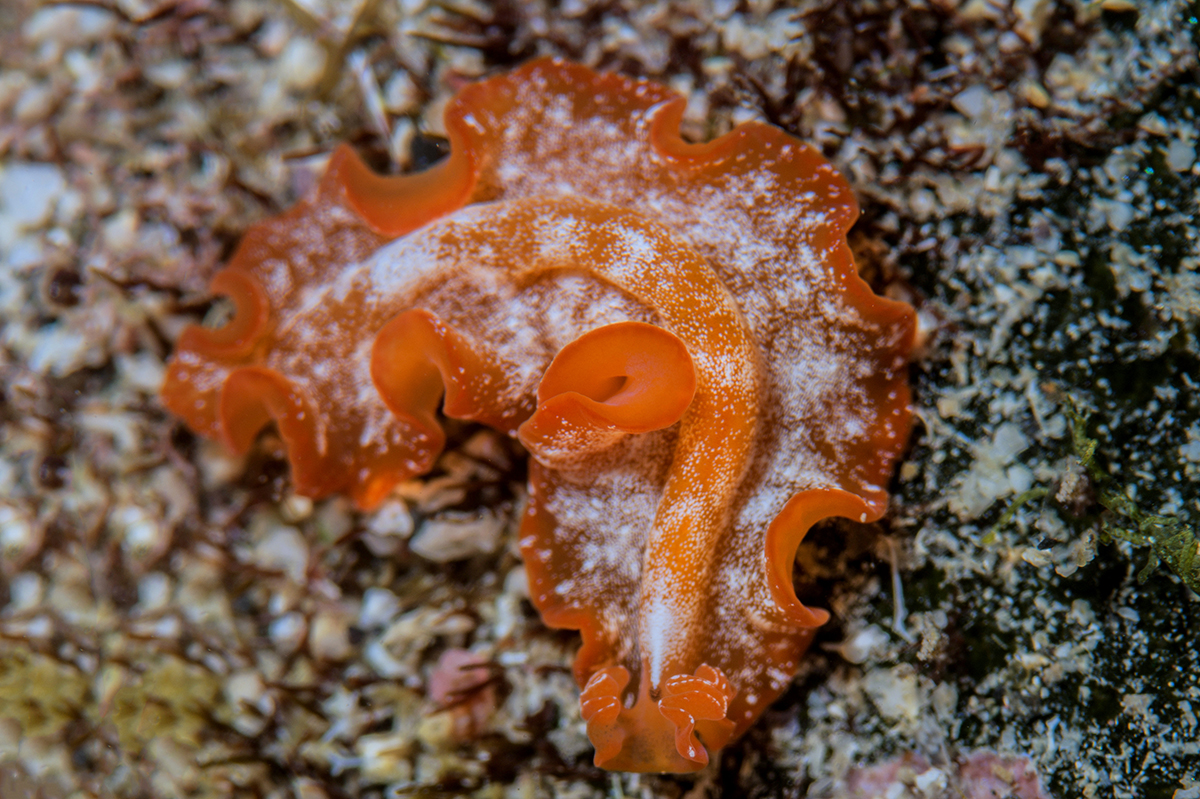
Un plathelminthe Phrikoceros cf. katoi
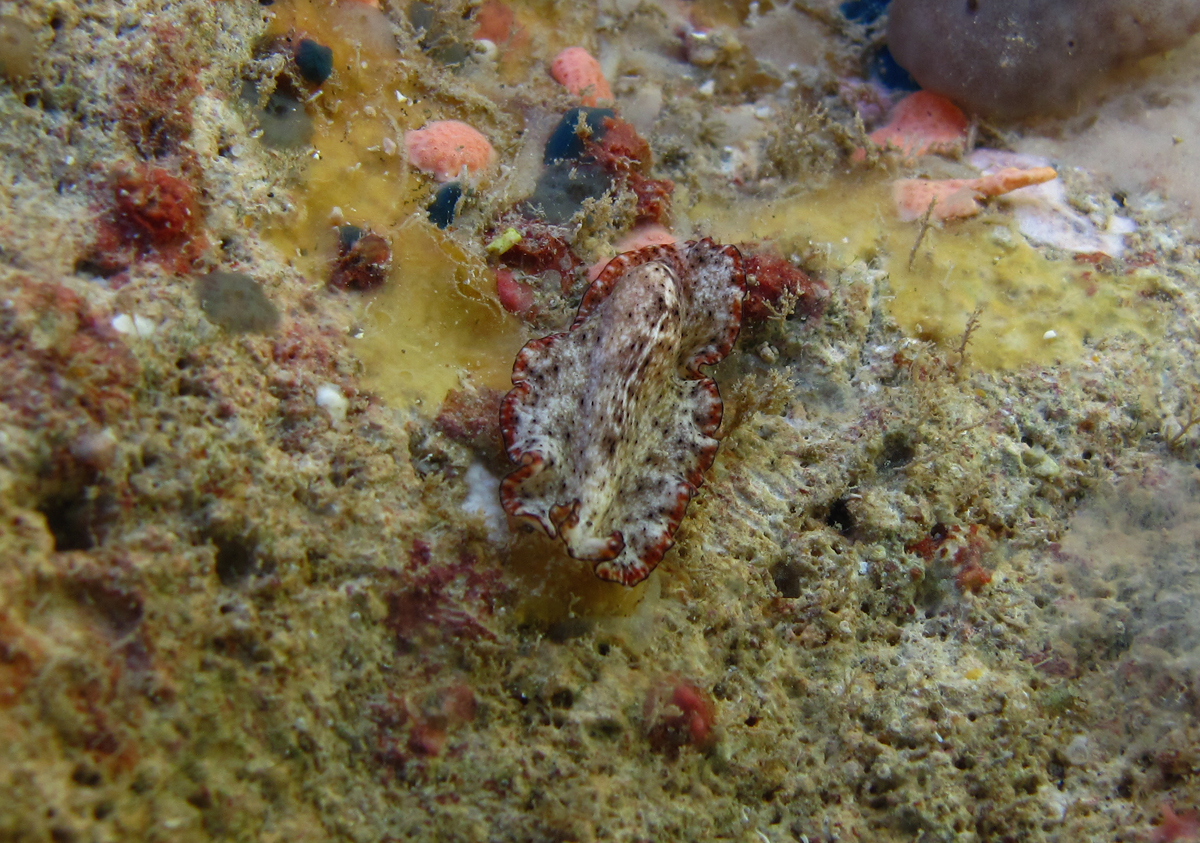
Un plathelminthe Pseudobiceros damawan
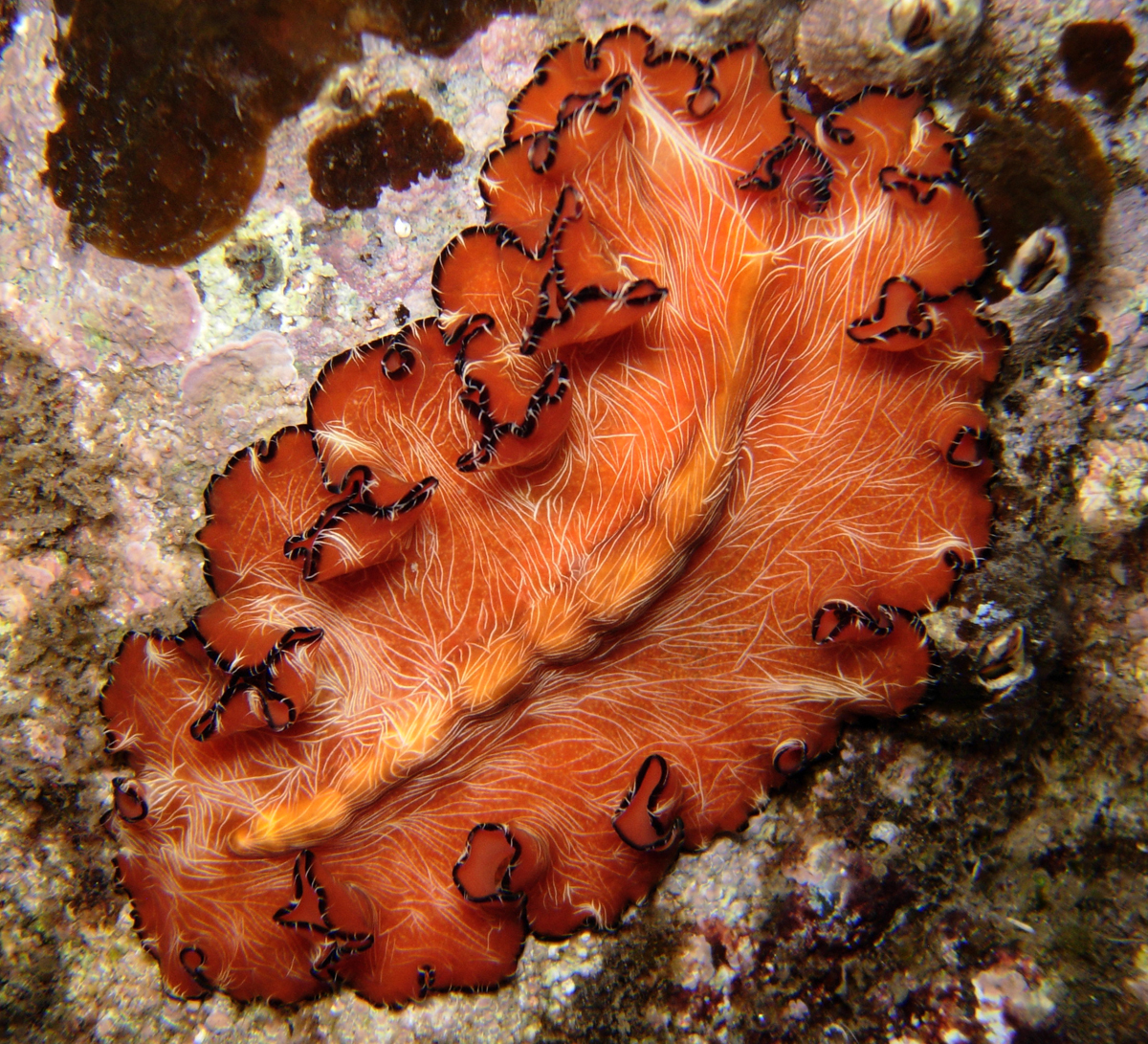
Un plathelminthe Pseudobiceros fulgor?
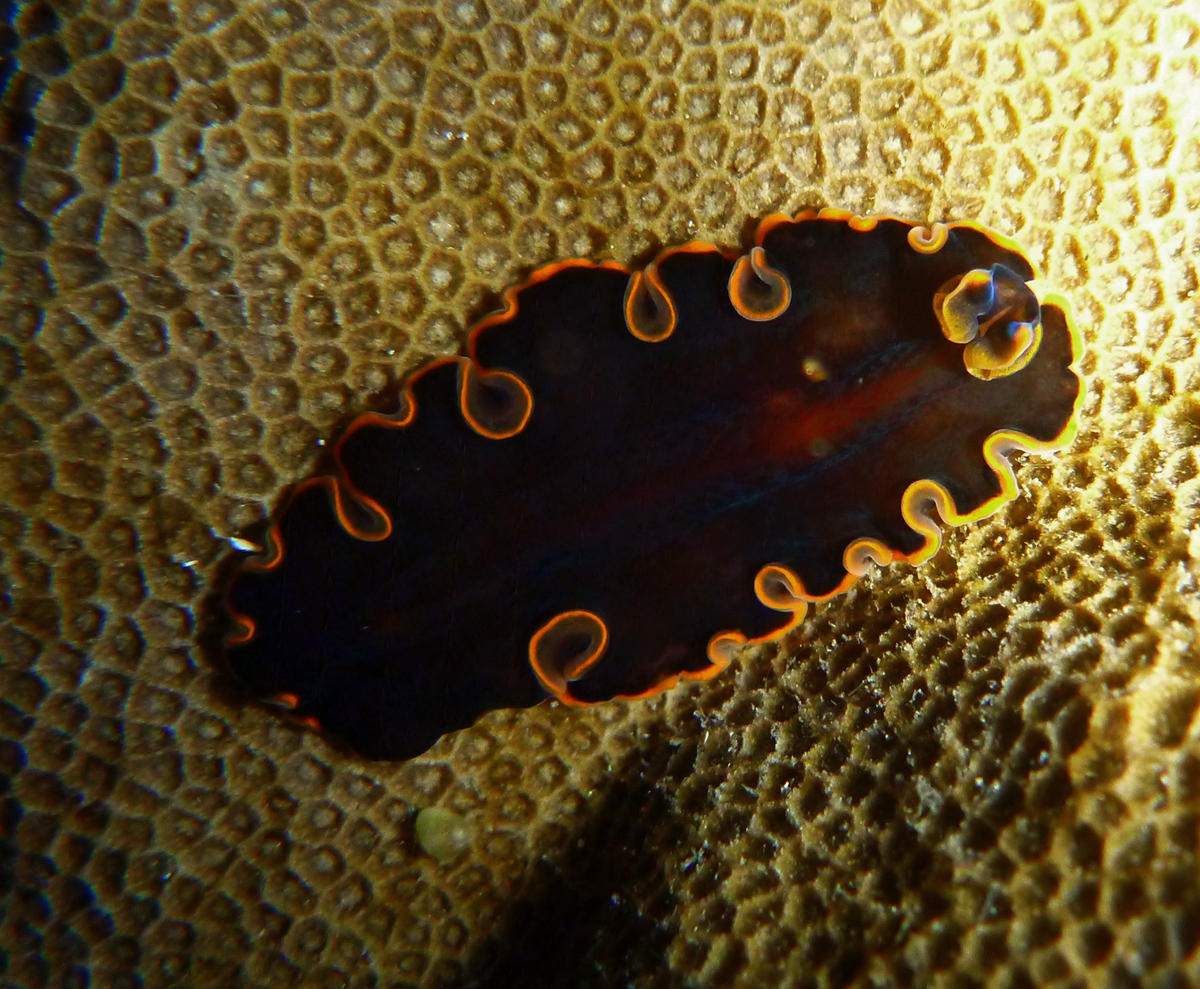
Un plathelminthe glorieux (Pseudobiceros gloriosus) de nuit
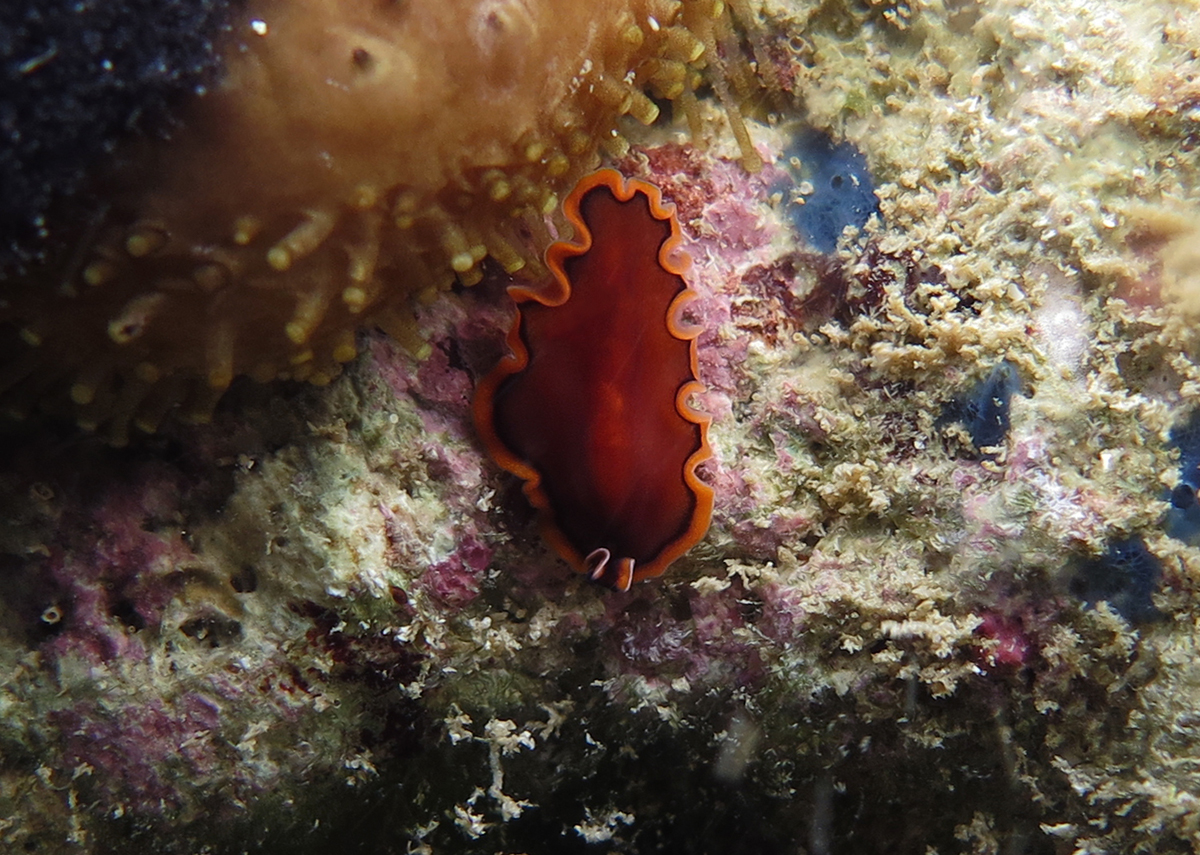
Pseudobiceros gloriosus juvénile
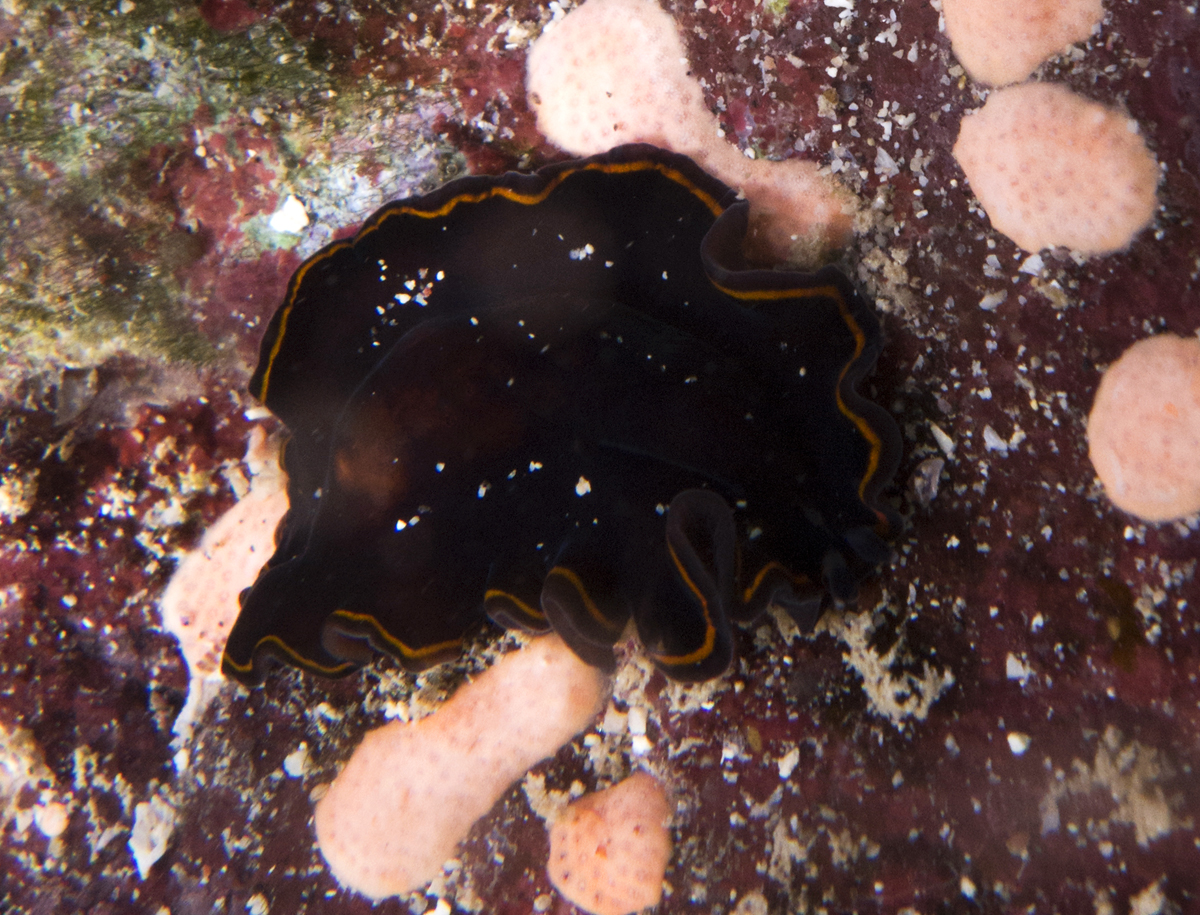
Pseudobiceros hymanae?
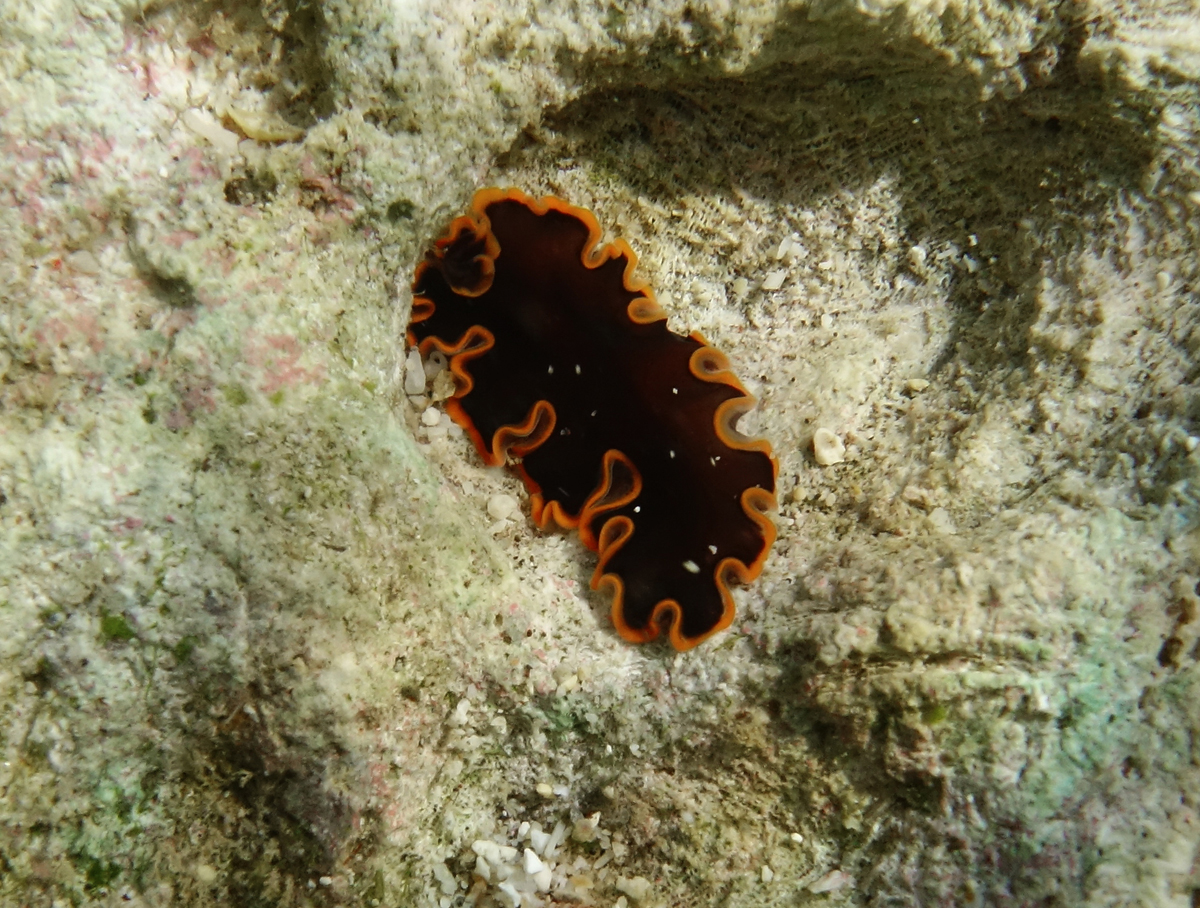
Un plathelminthe Pseudobiceros periculosus
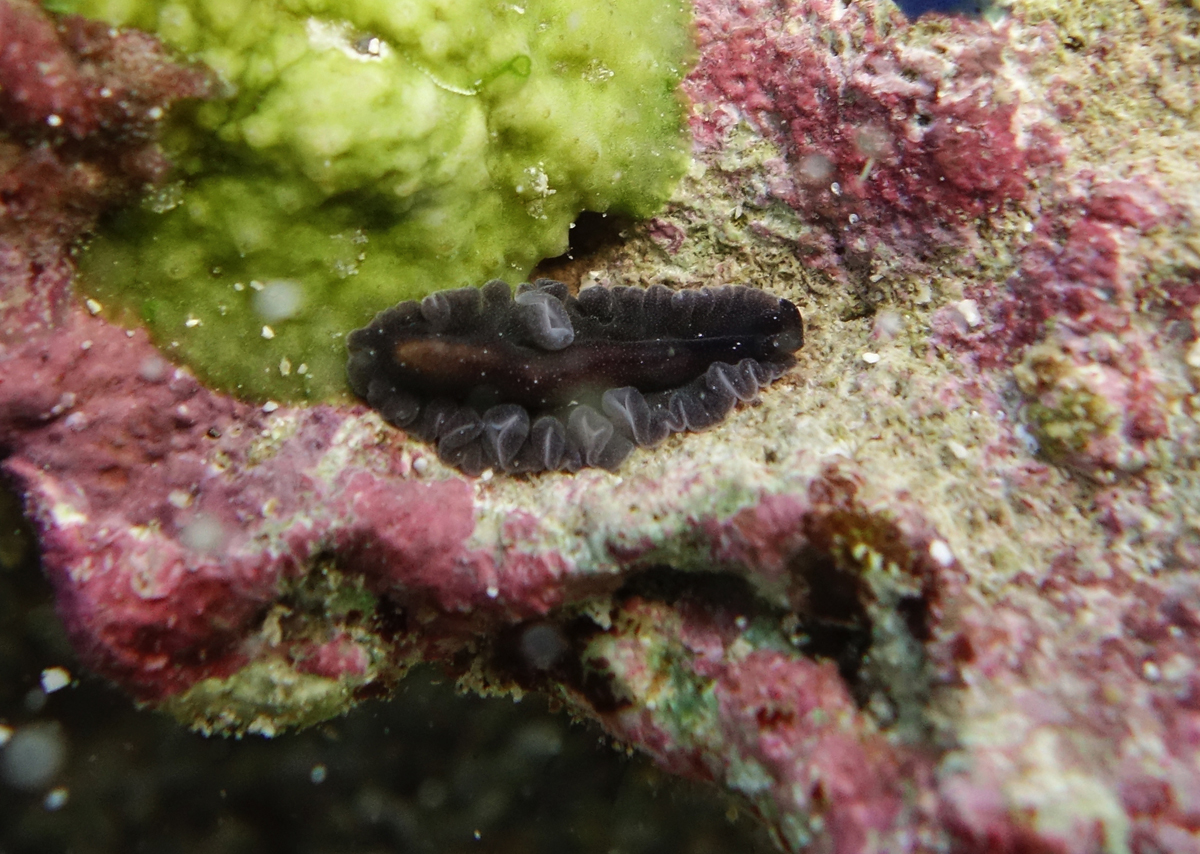
Un plathelminthe Pseudobiceros stellae
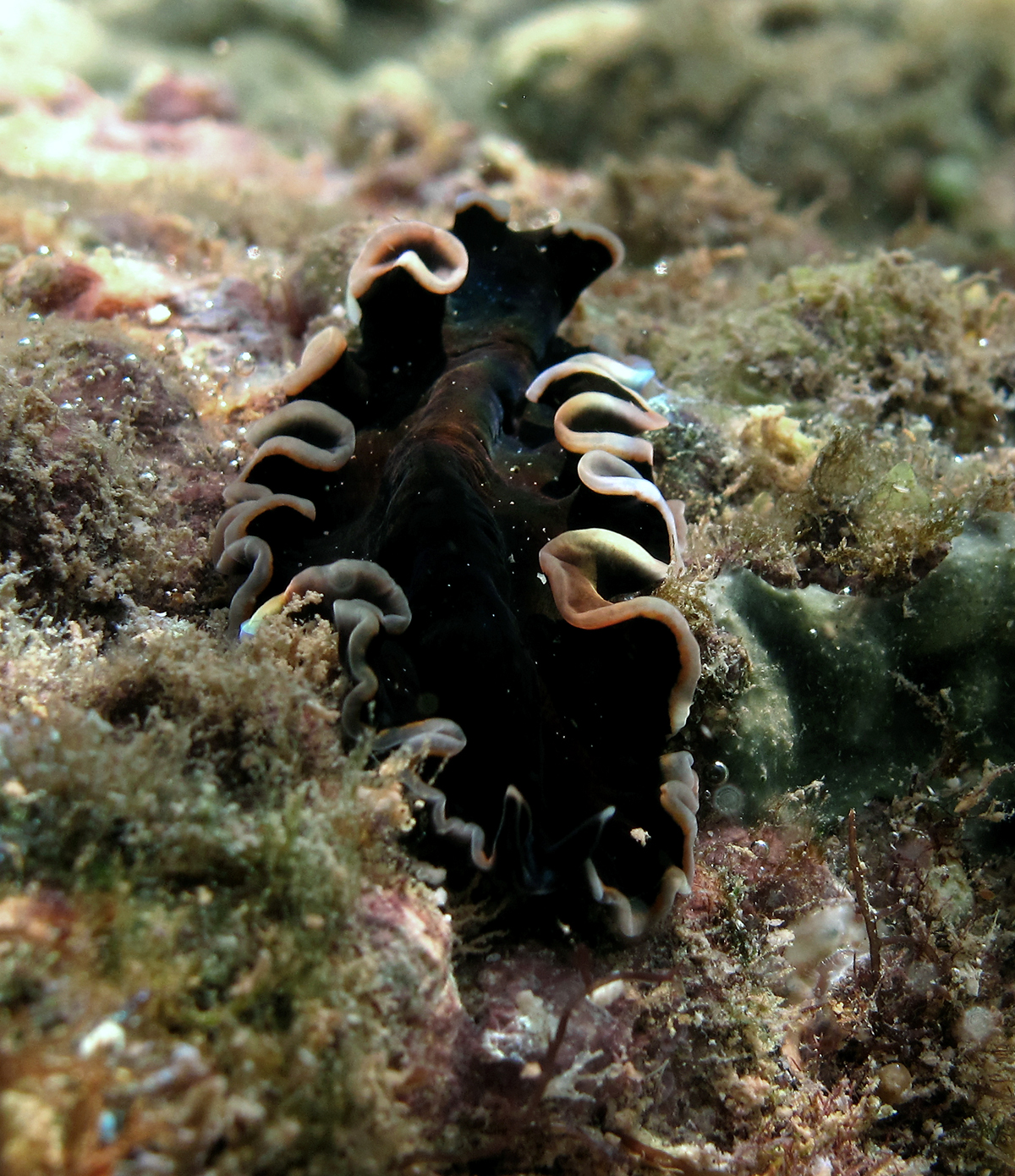
Un plathelminthe Pseudobiceros uniarborensis
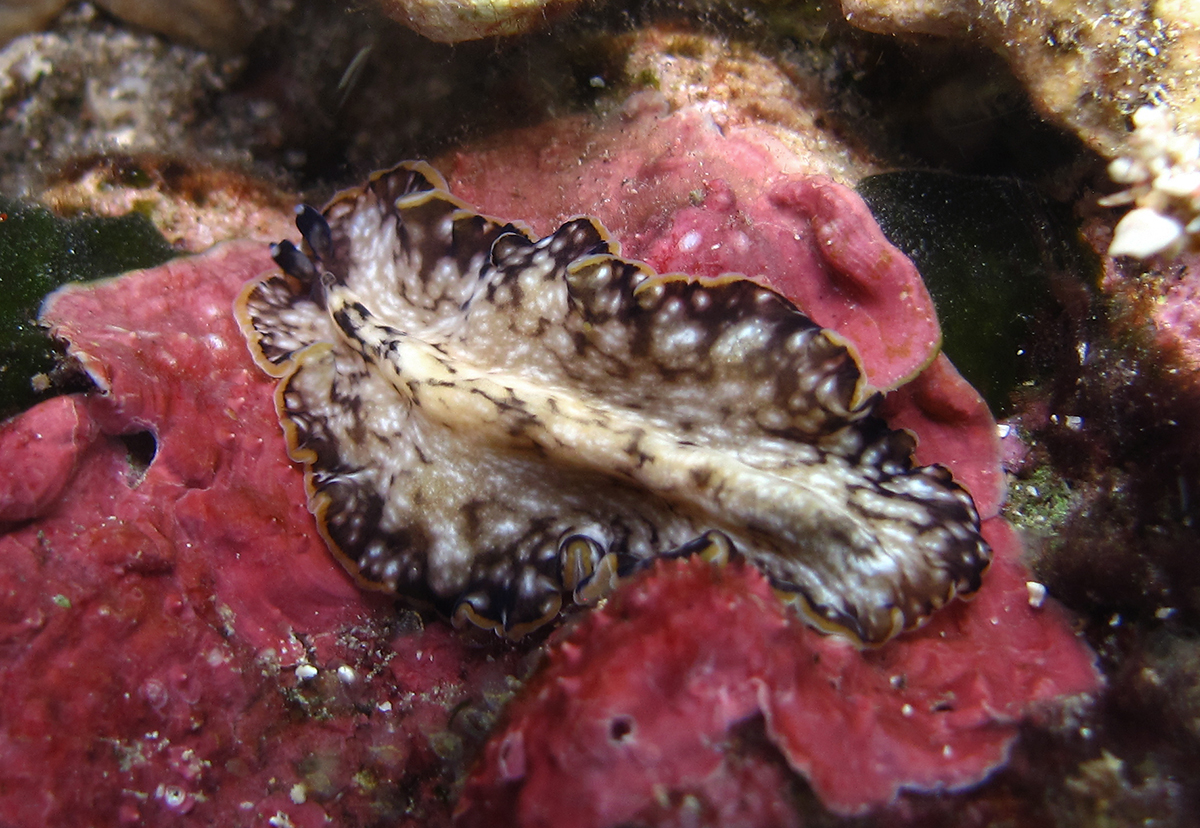
Pseudobiceros sp. 2
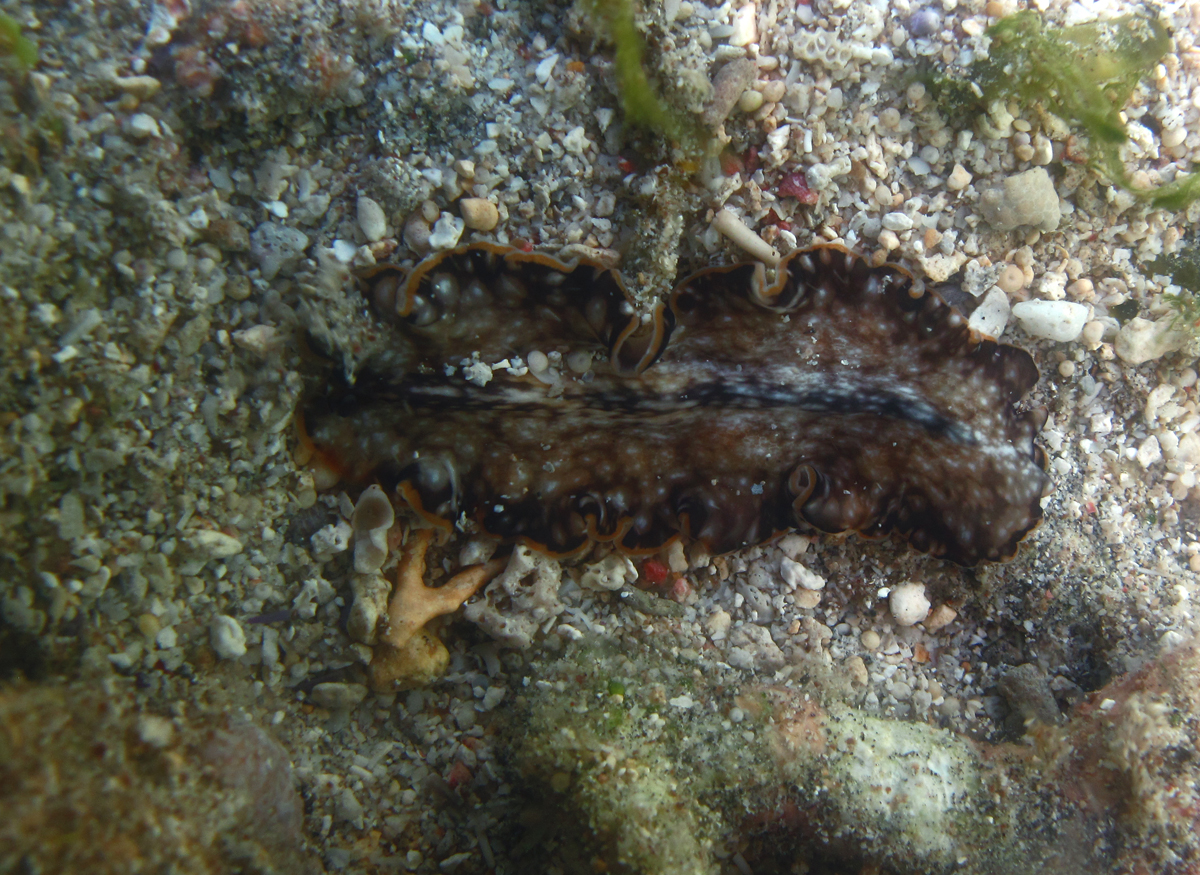
Pseudobiceros sp. 3
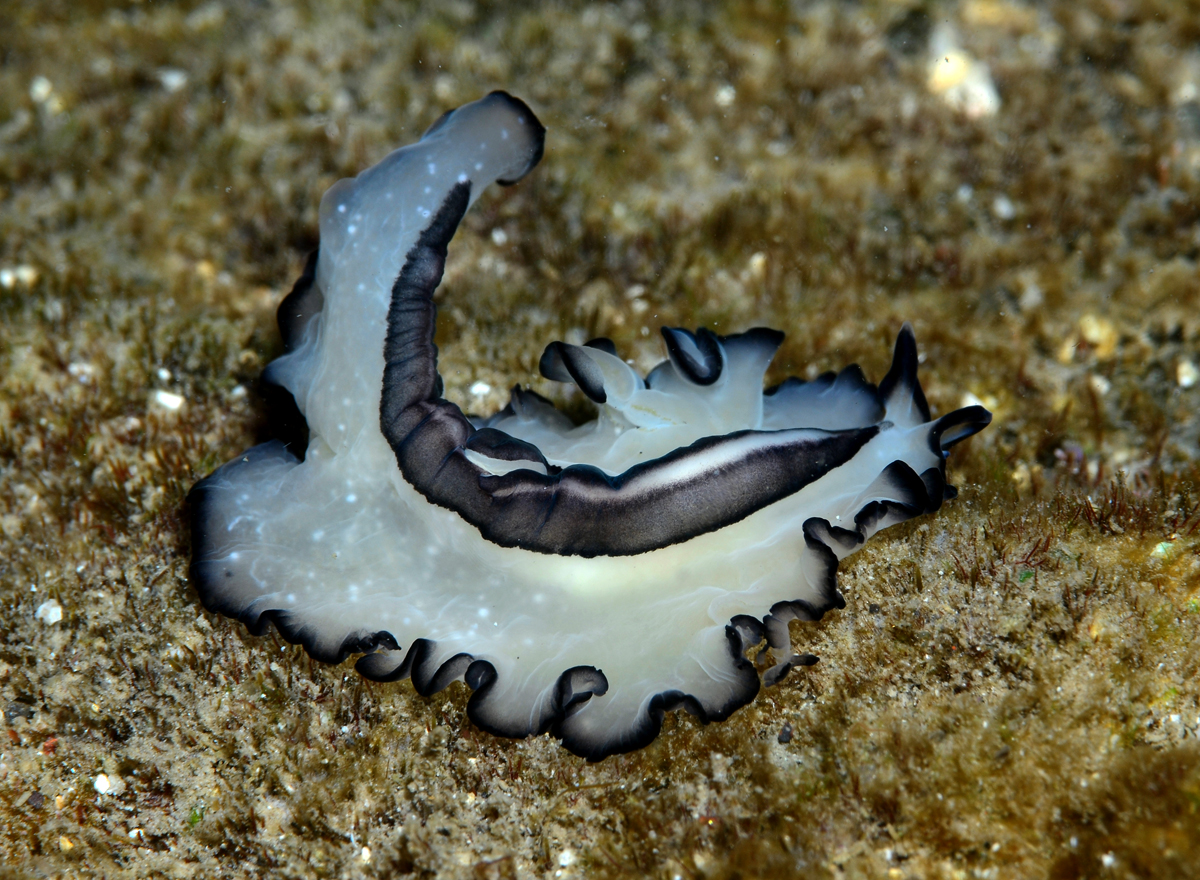
Un plathelminthe Pseudobiceros cf. gratus
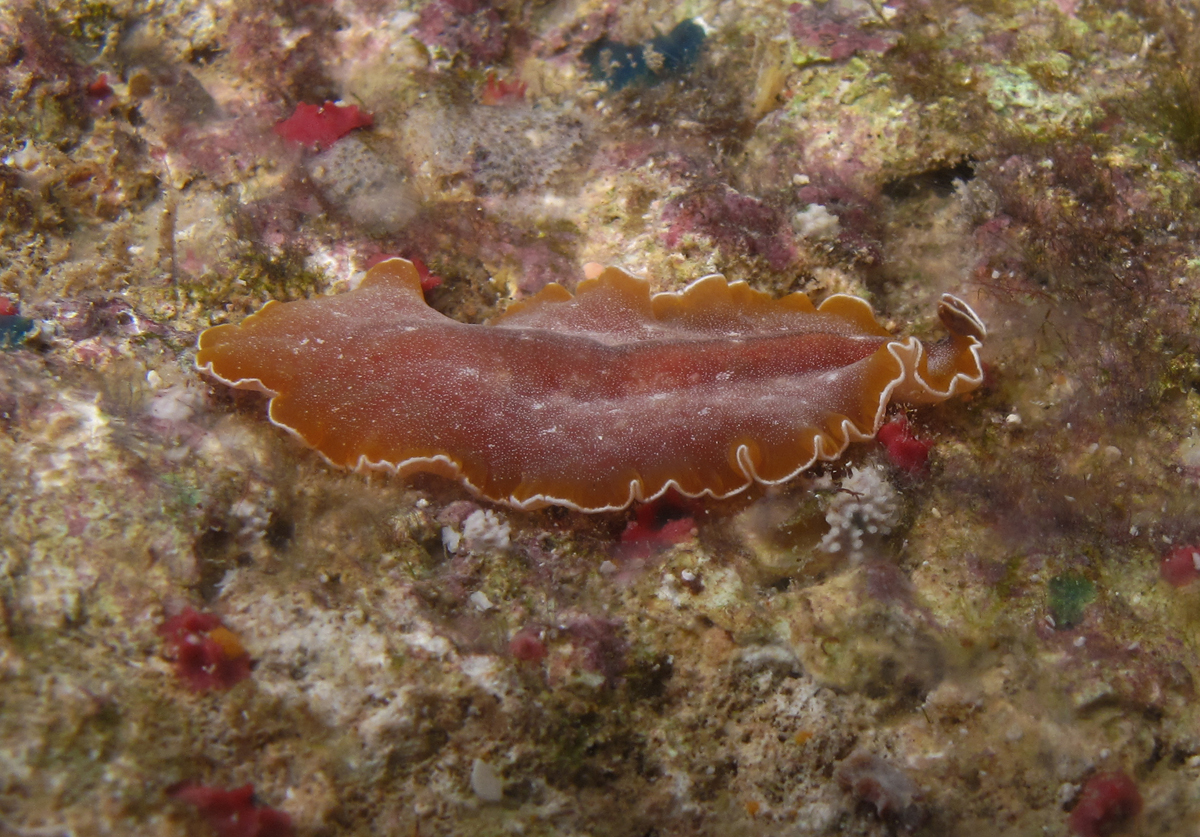
Un Pseudobiceros inconnu
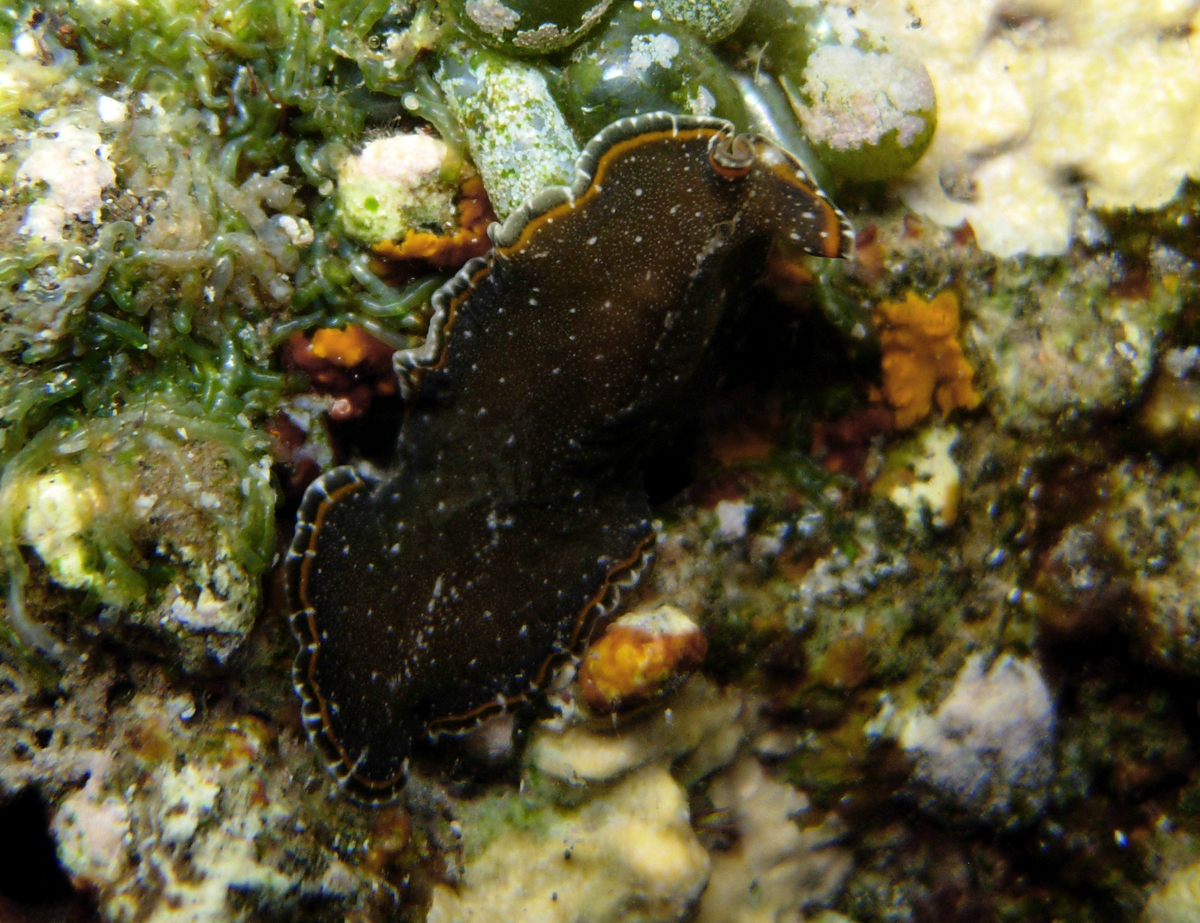
Pseudobiceros sp.
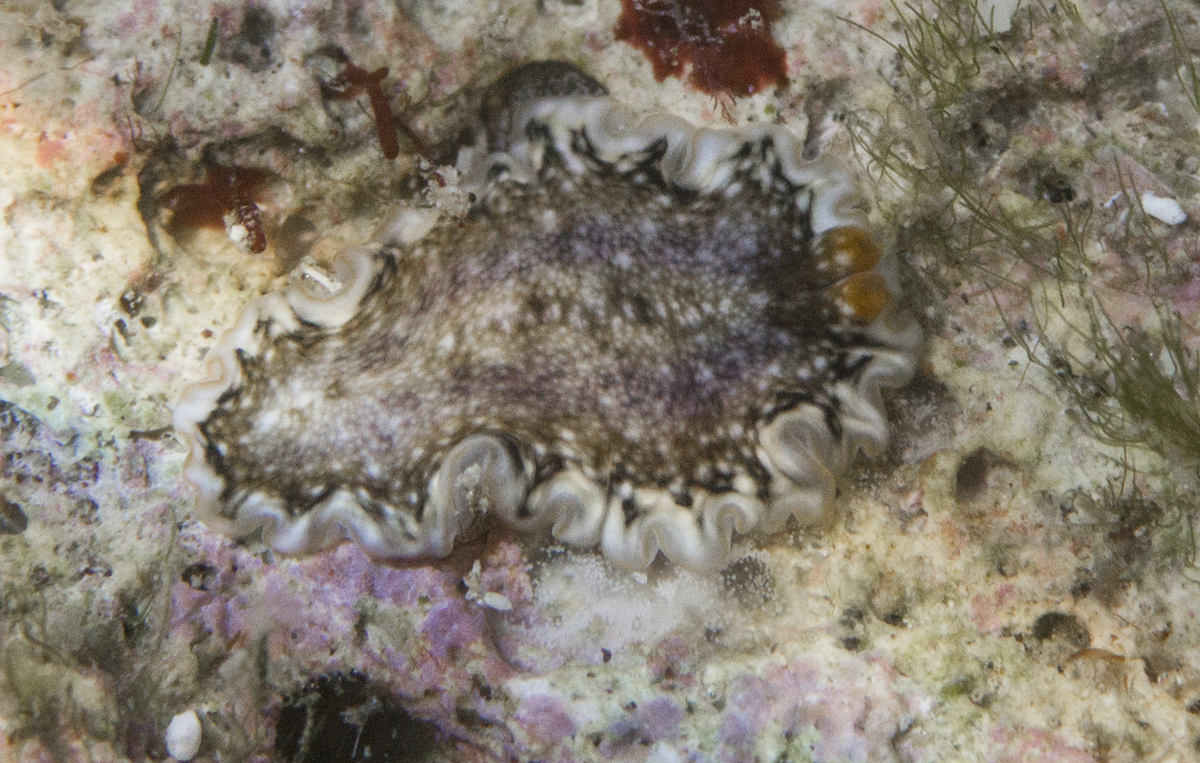
Pseudobiceros sp.
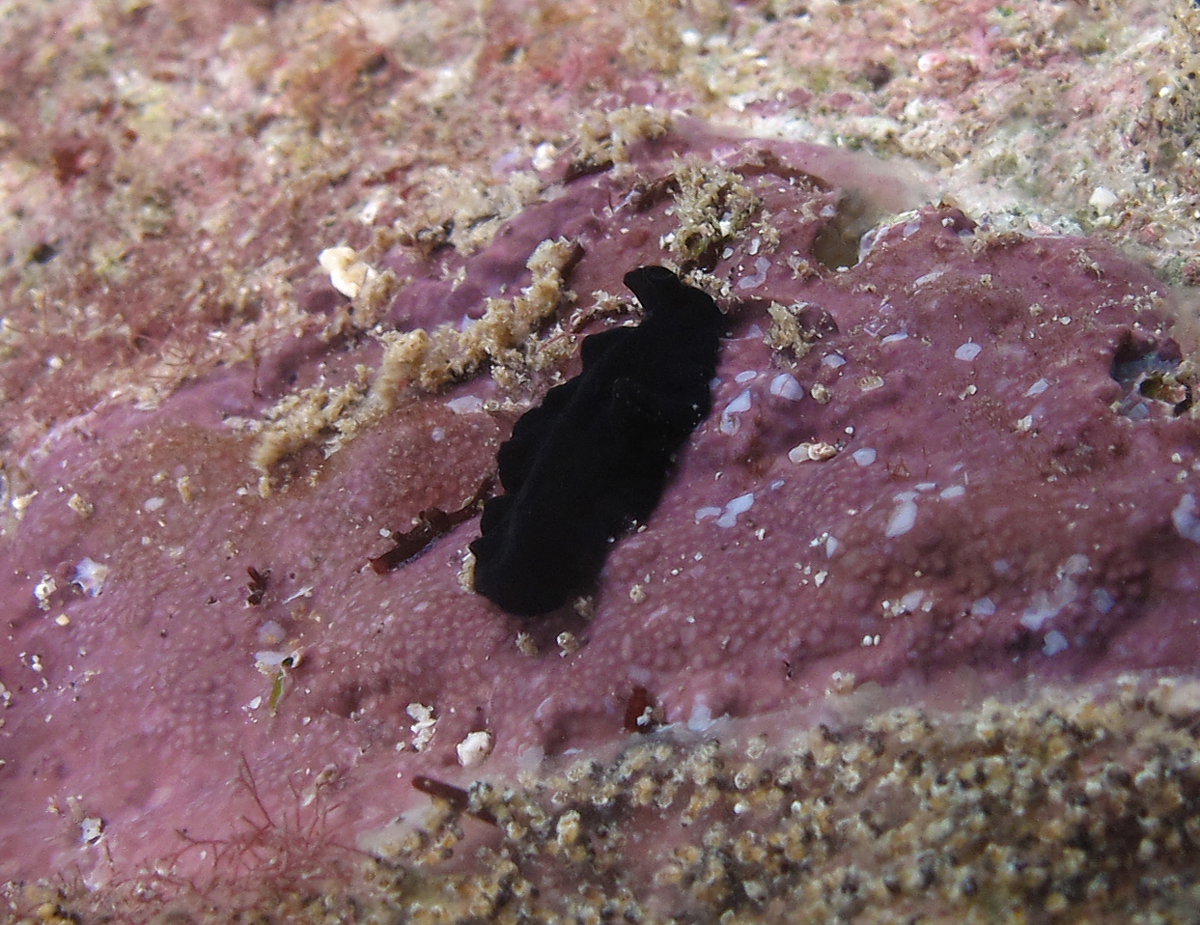
Un plathelminthe Pseudoceros bolool
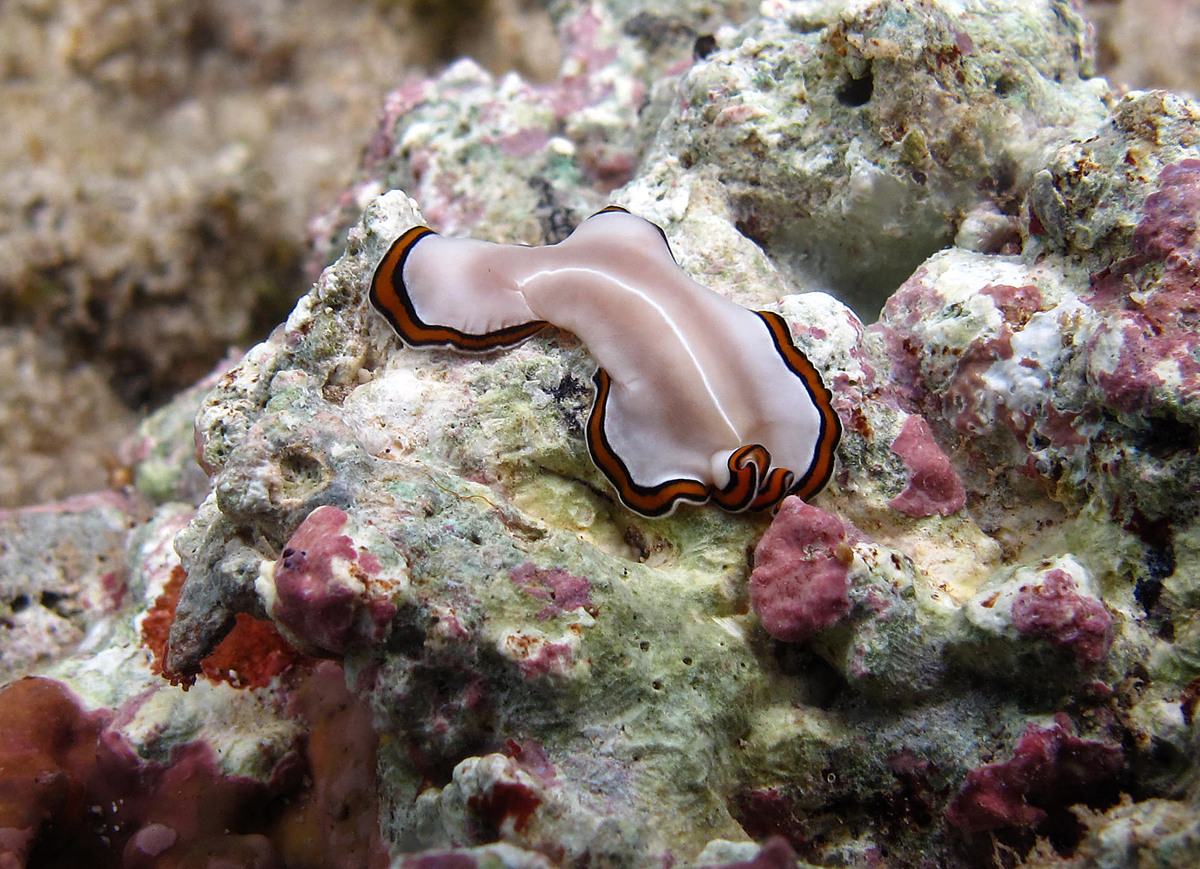
Un ver plat à marge orange et noire (Pseudoceros confusus)
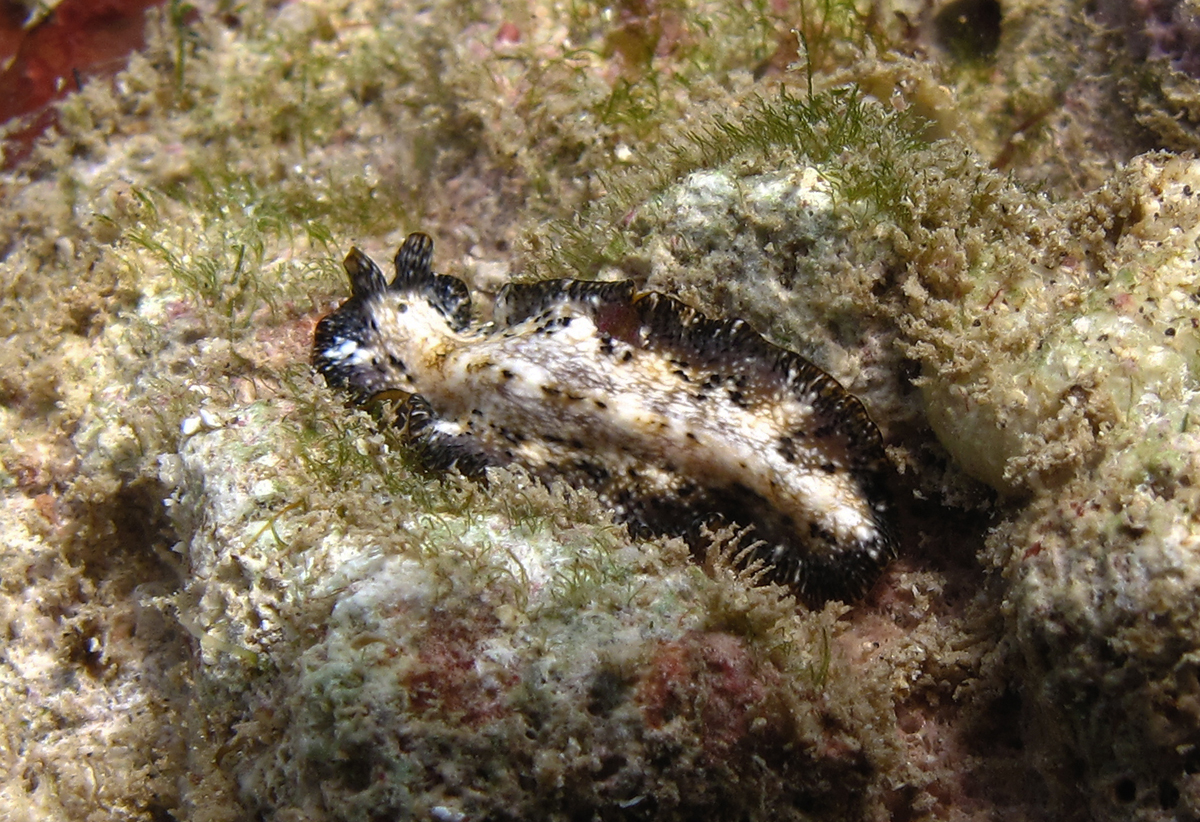
Pseudoceros felis juvénile
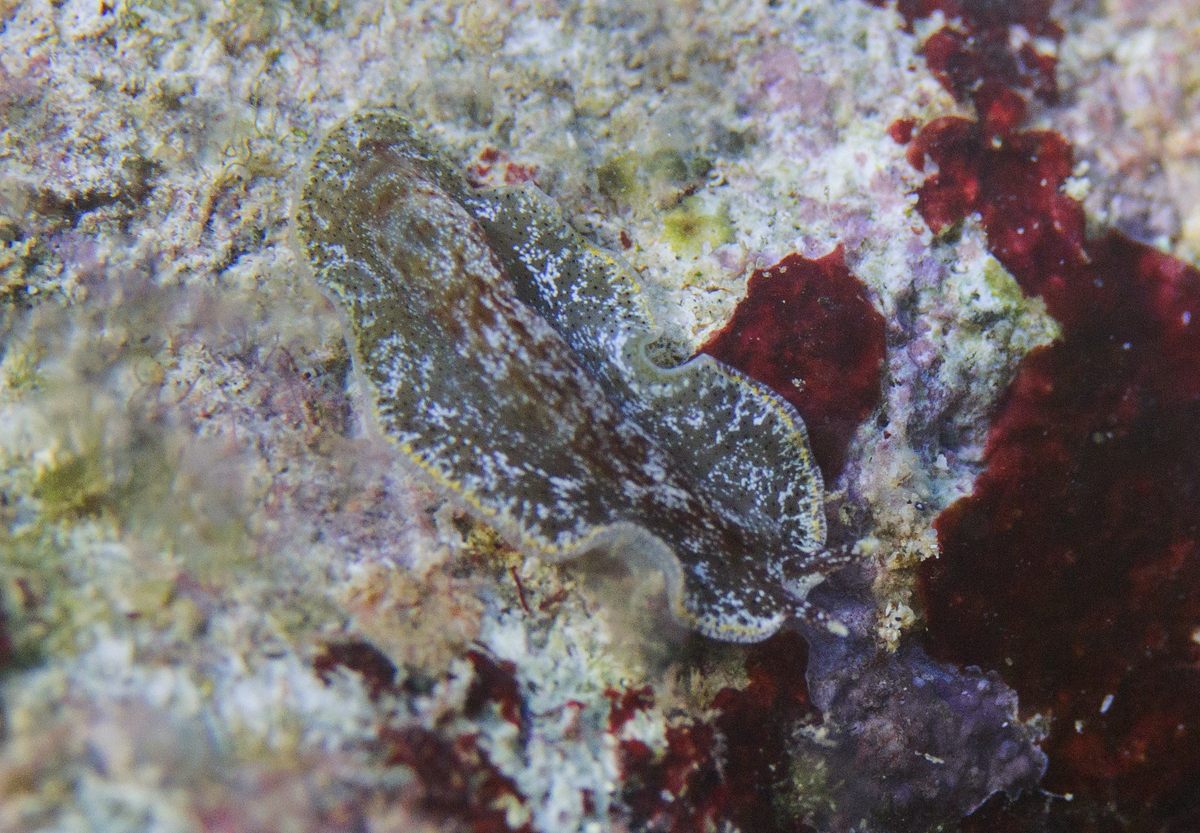
Pseudoceros murinus
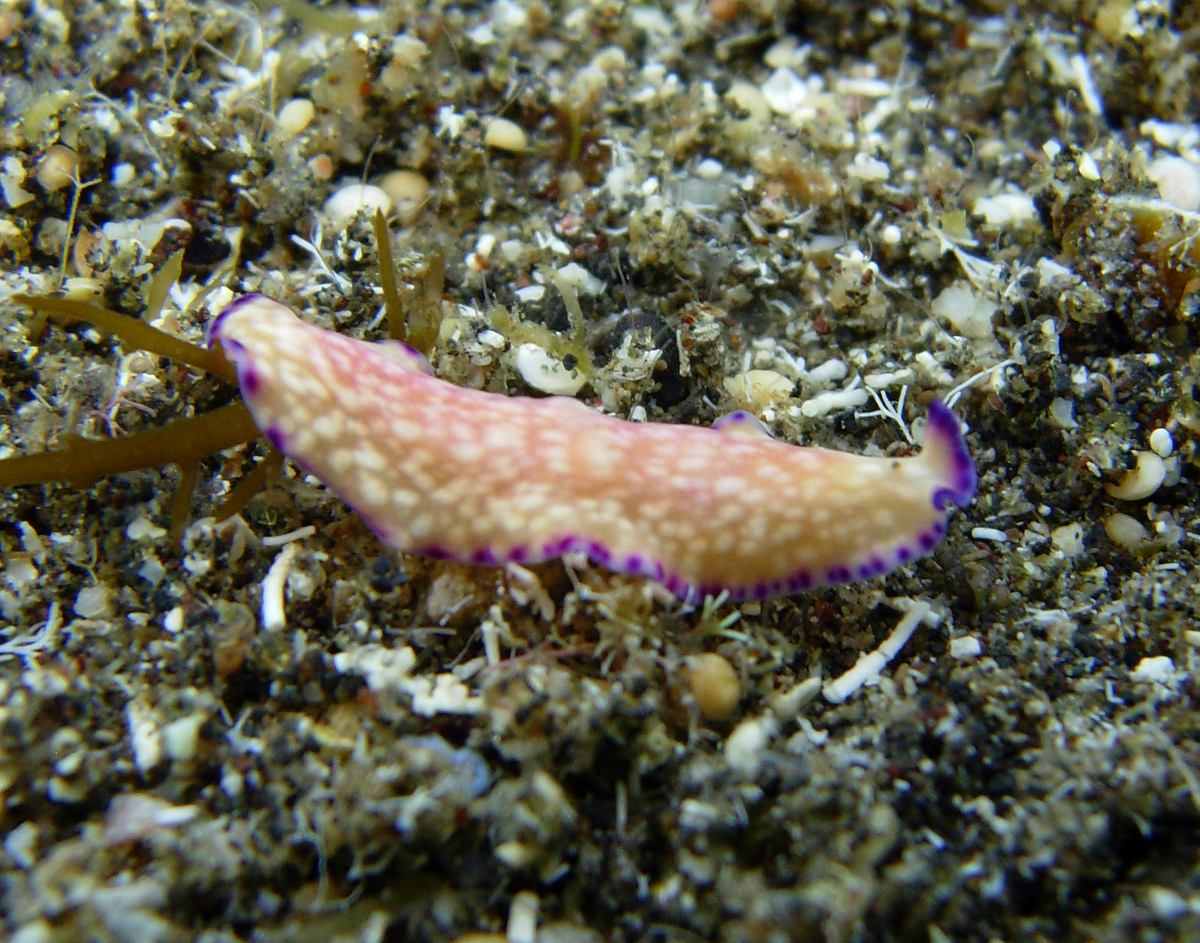
Un plathelminthe Pseudoceros indicus?
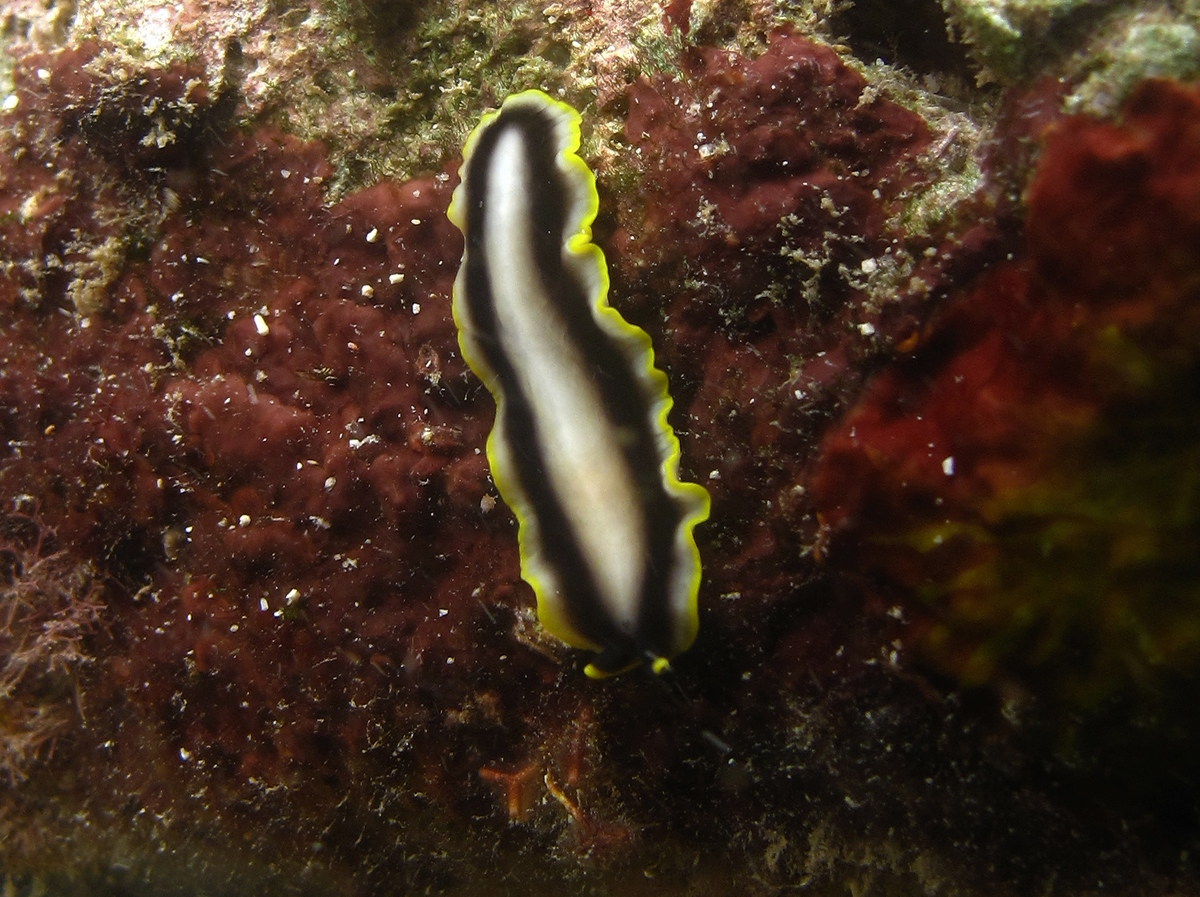
Un plathelminthe Pseudoceros paralaticlavus (ou Pseudoceros jebborum)?
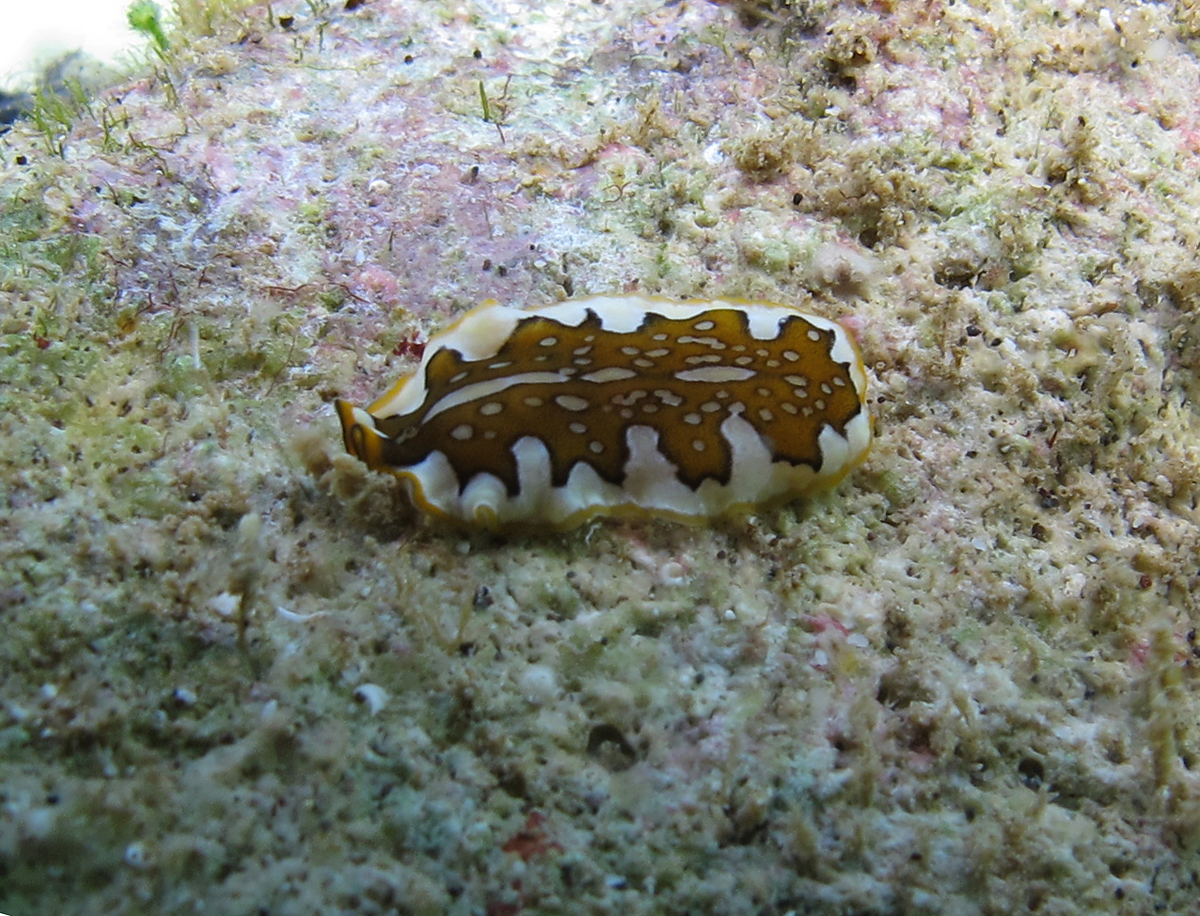
Un plathelminthe Pseudoceros scintillatus?
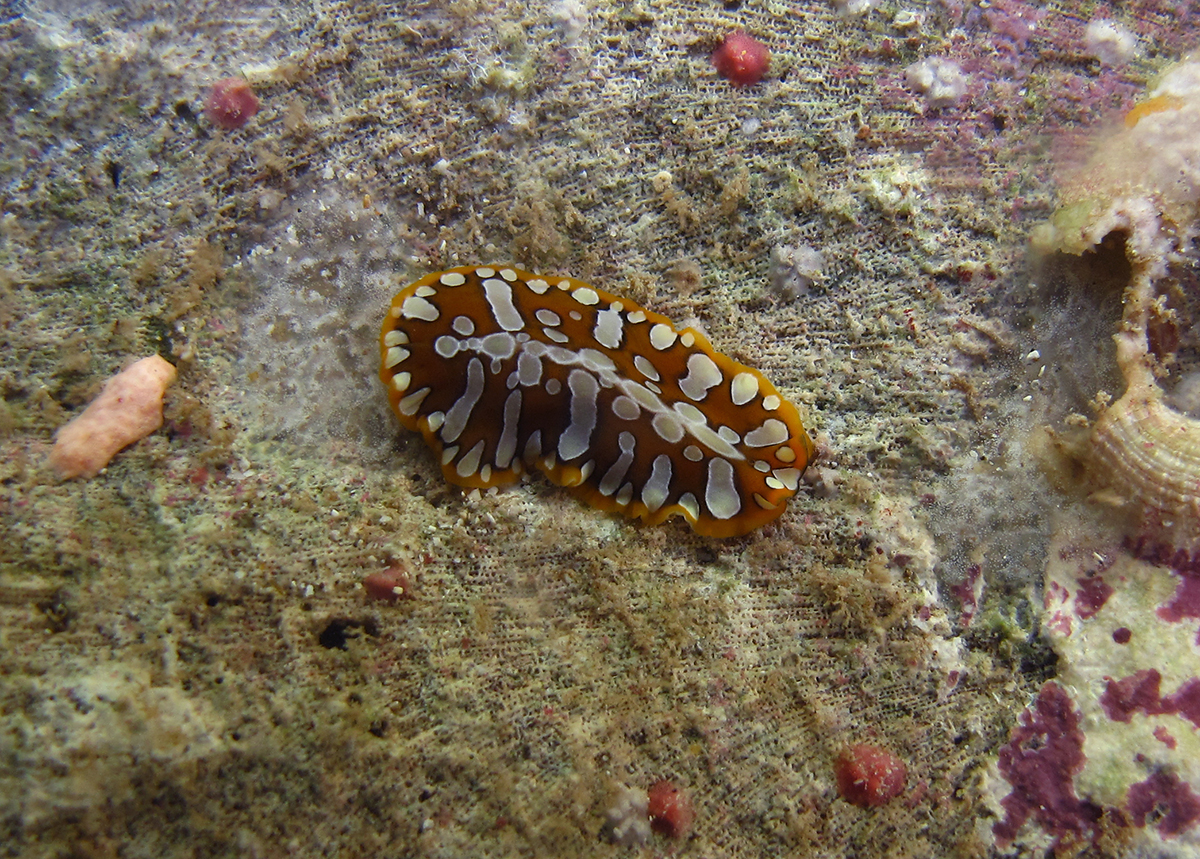
Pseudoceros cf. scintillatus
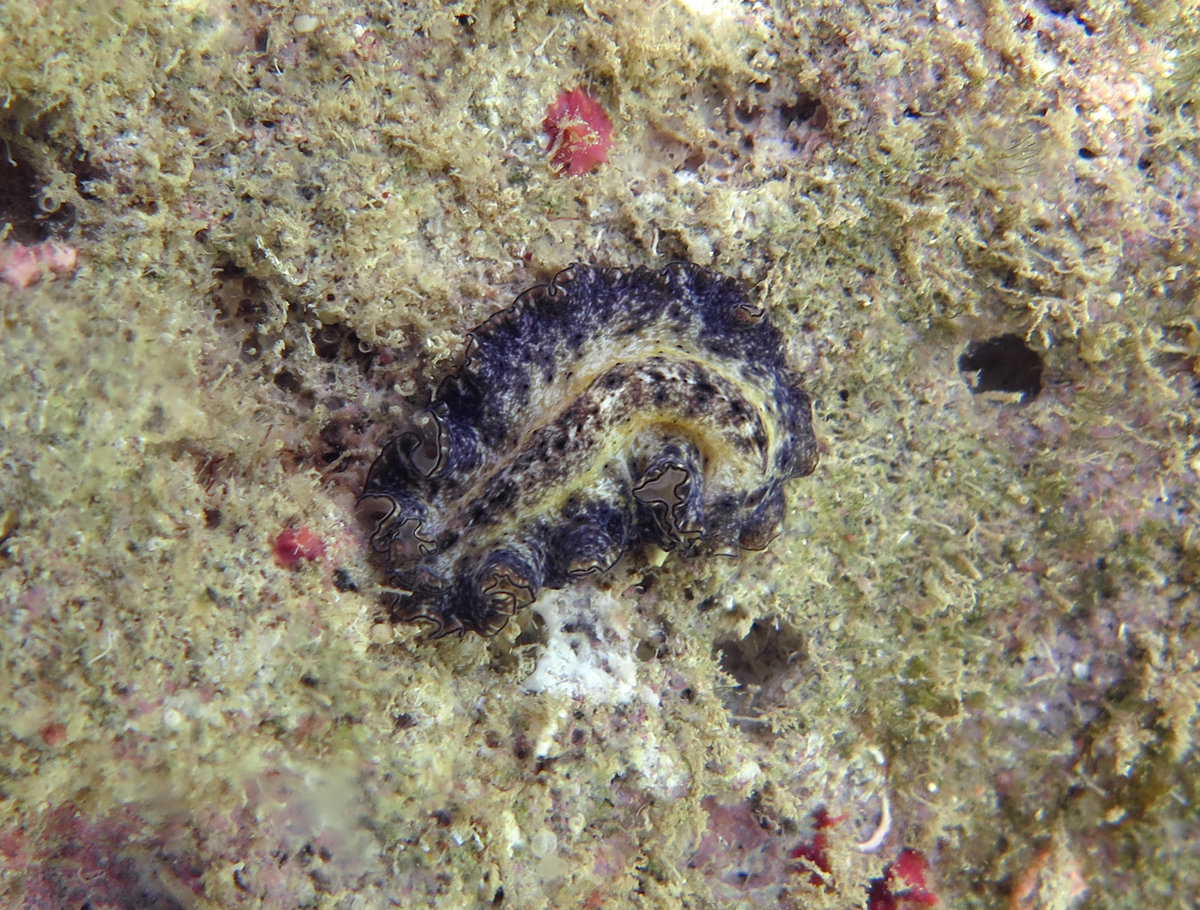
Un Pseudocerotidae sp. (Pseudobiceros sp.19 ou sp.16)
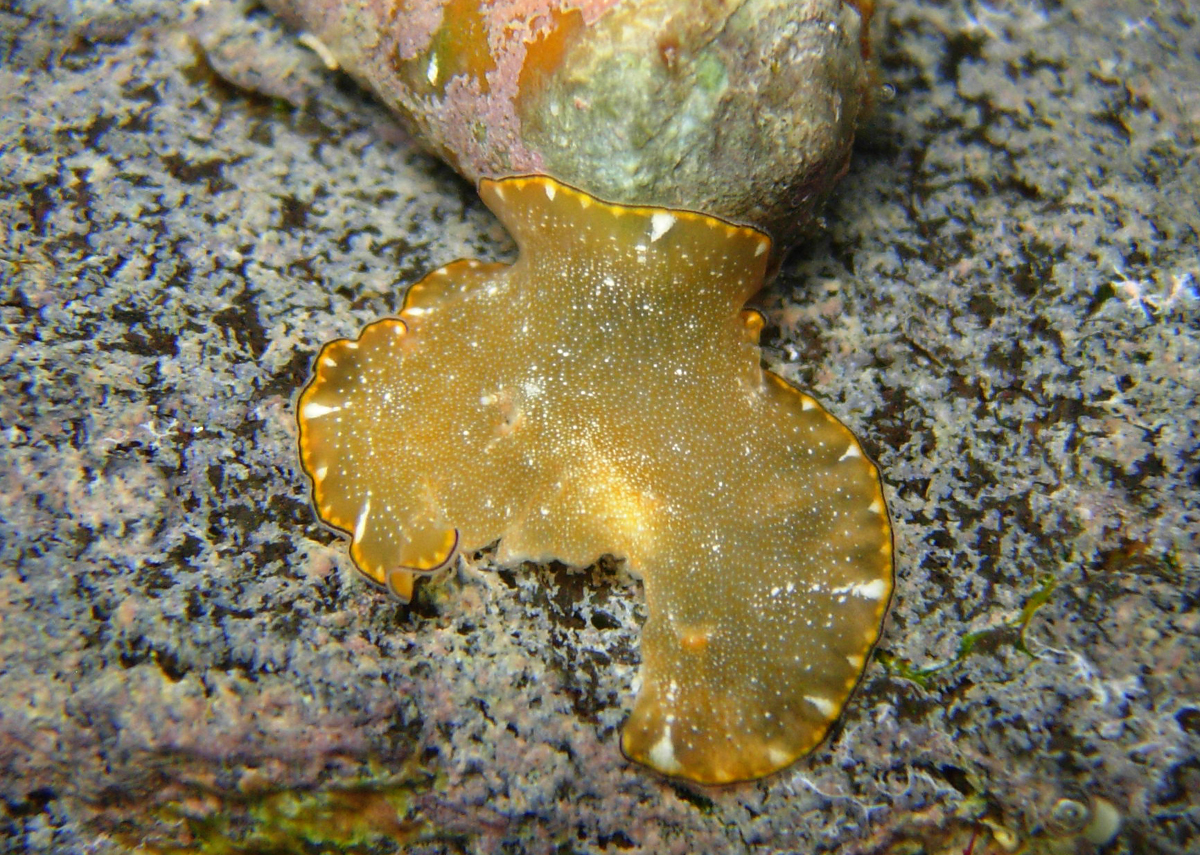
Paraplanocera marginata
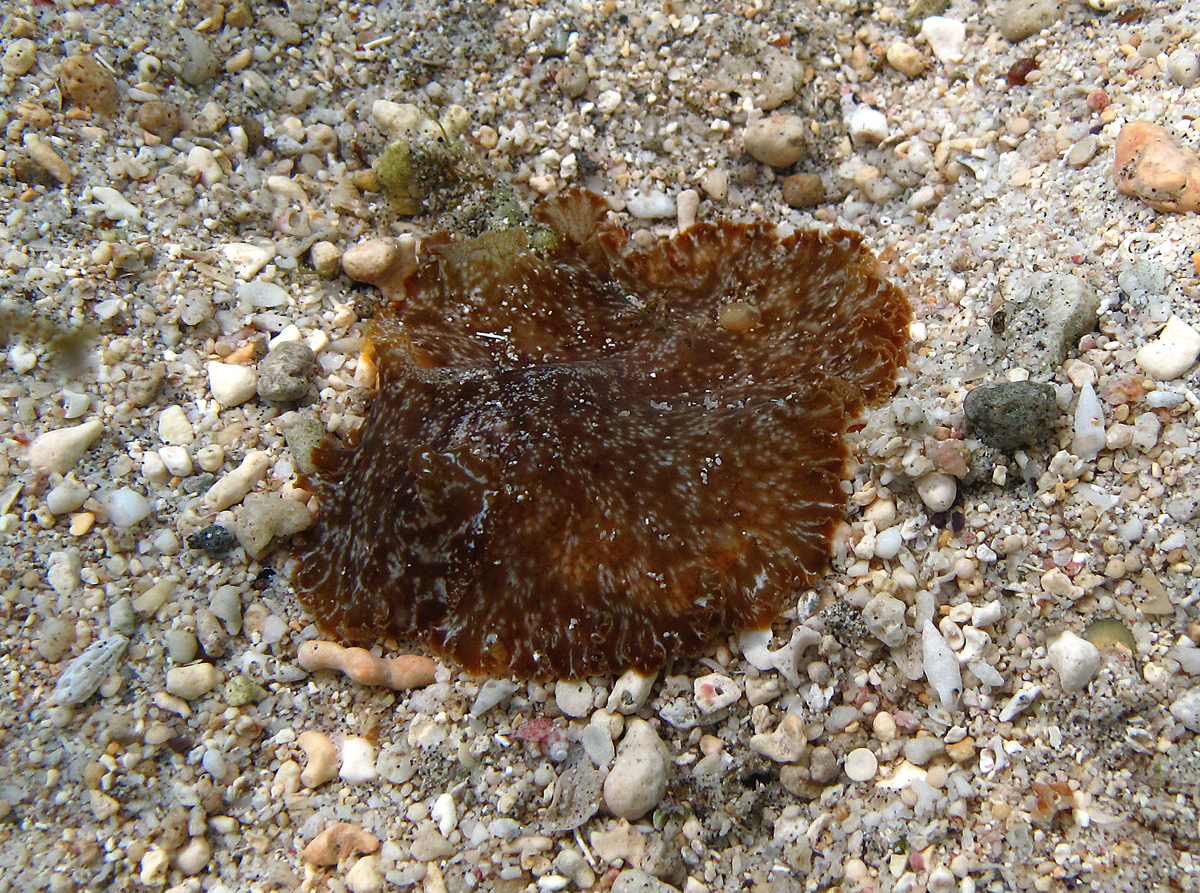
Un plathelminthe du genre Paraplanocera (peut-être P. cf. oligoglena)
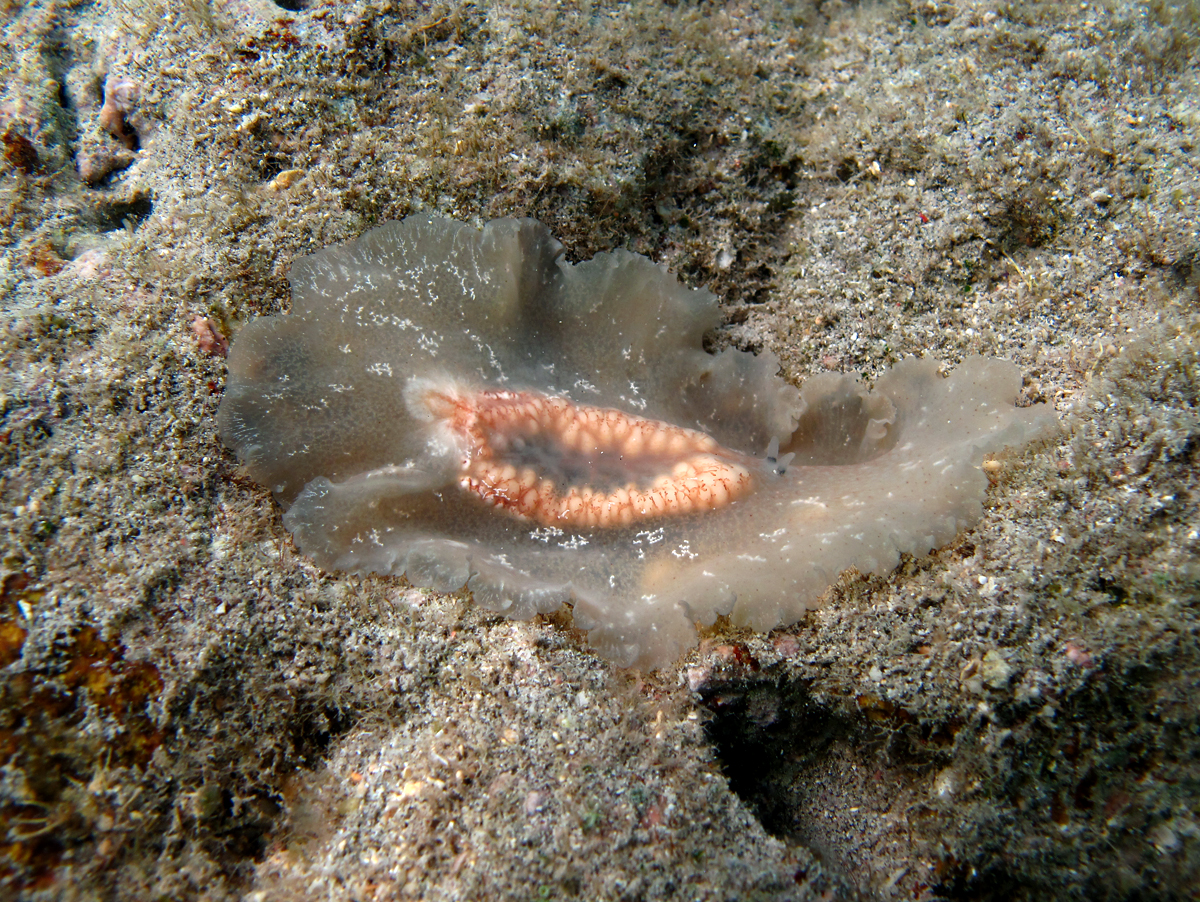
Un plathelminthe Paraplanocera sp.1 ou sp.4, avec ses œufs.
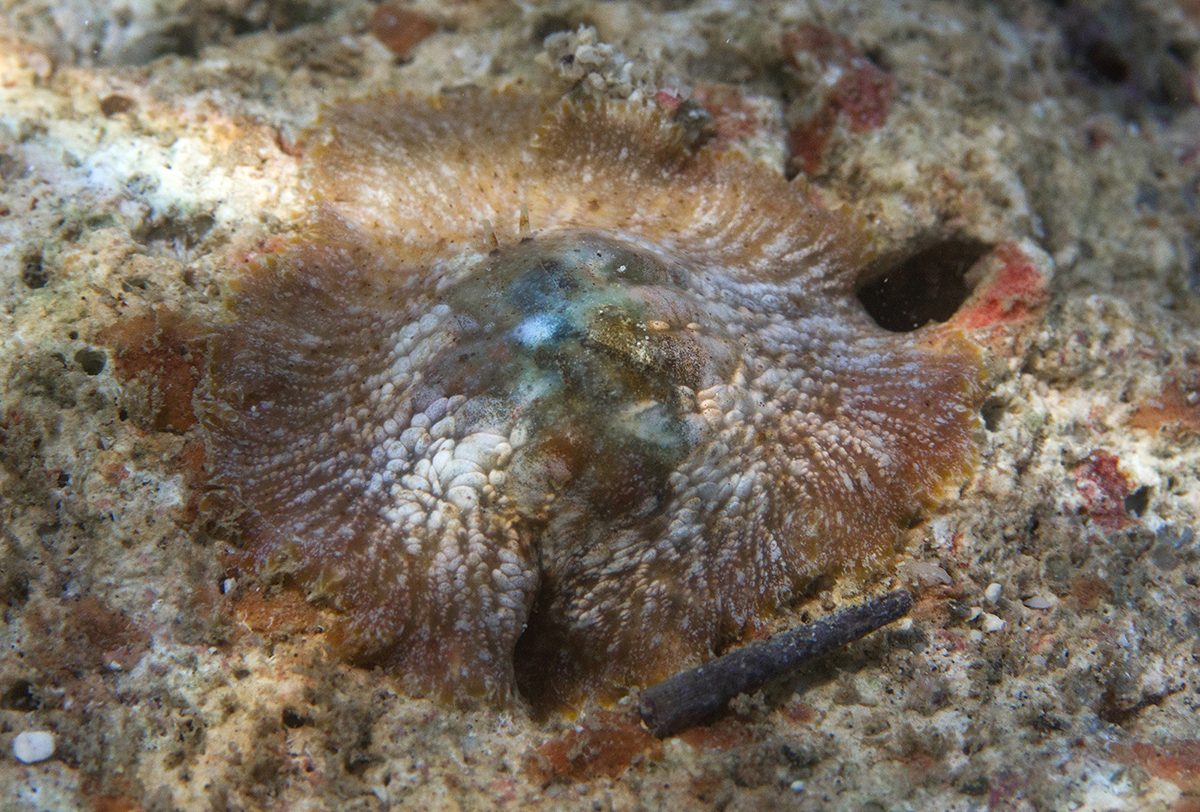
Un plathelminthe inconnu du genre Paraplanocera
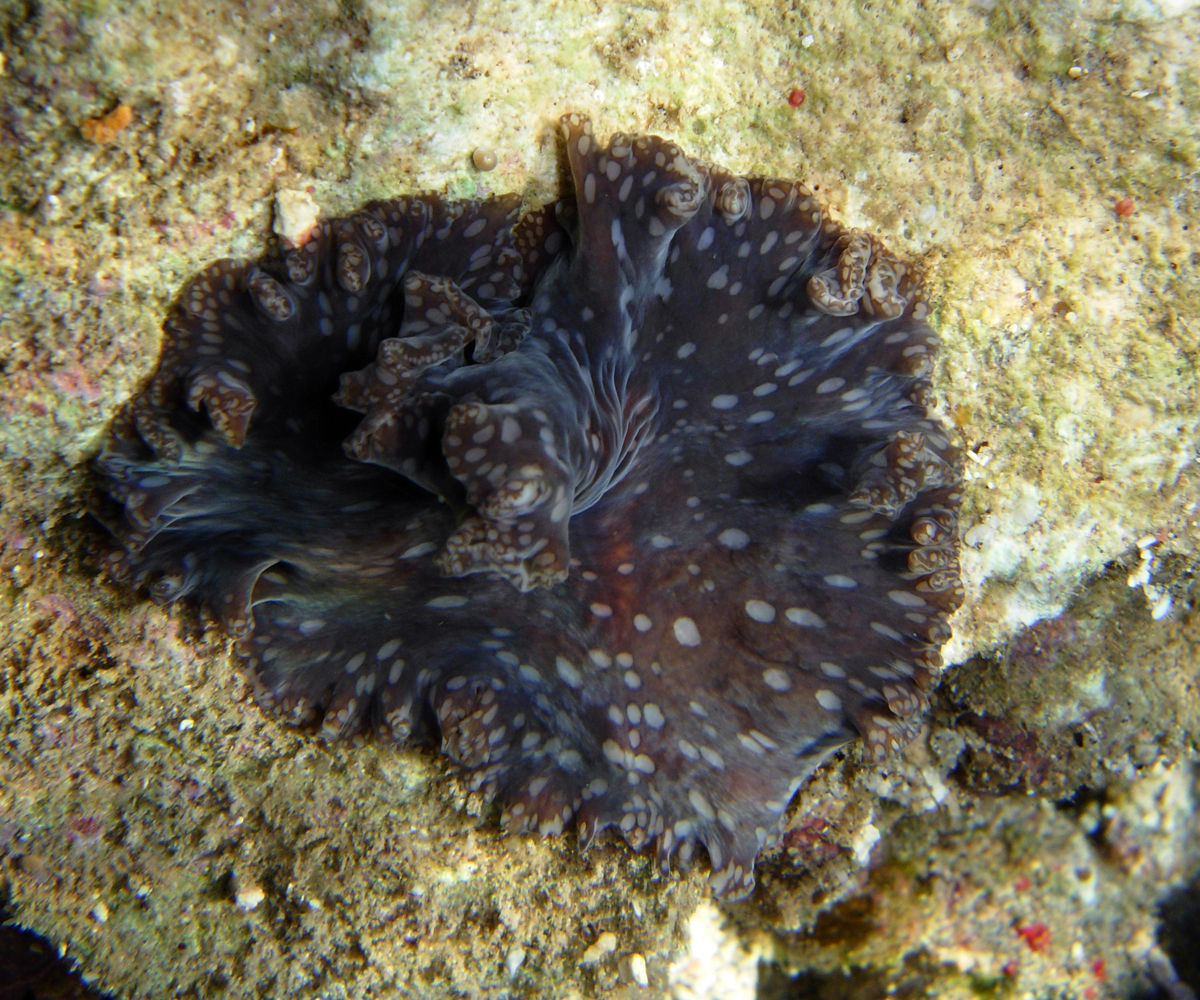
Pericelis sp.1 (ou Pericelis cf. byerleyana)
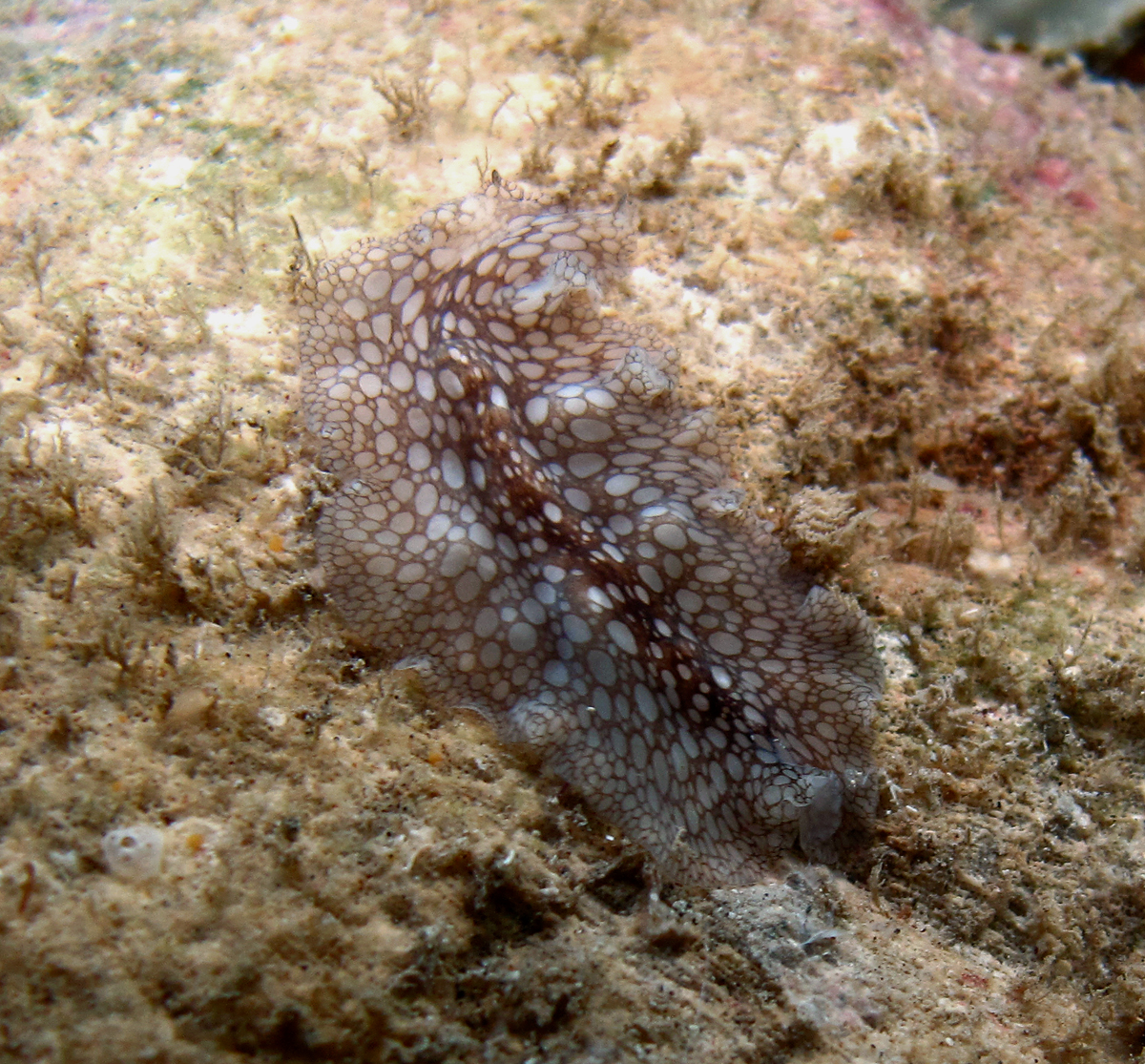
Un plathelminthe Pericelis sp.2
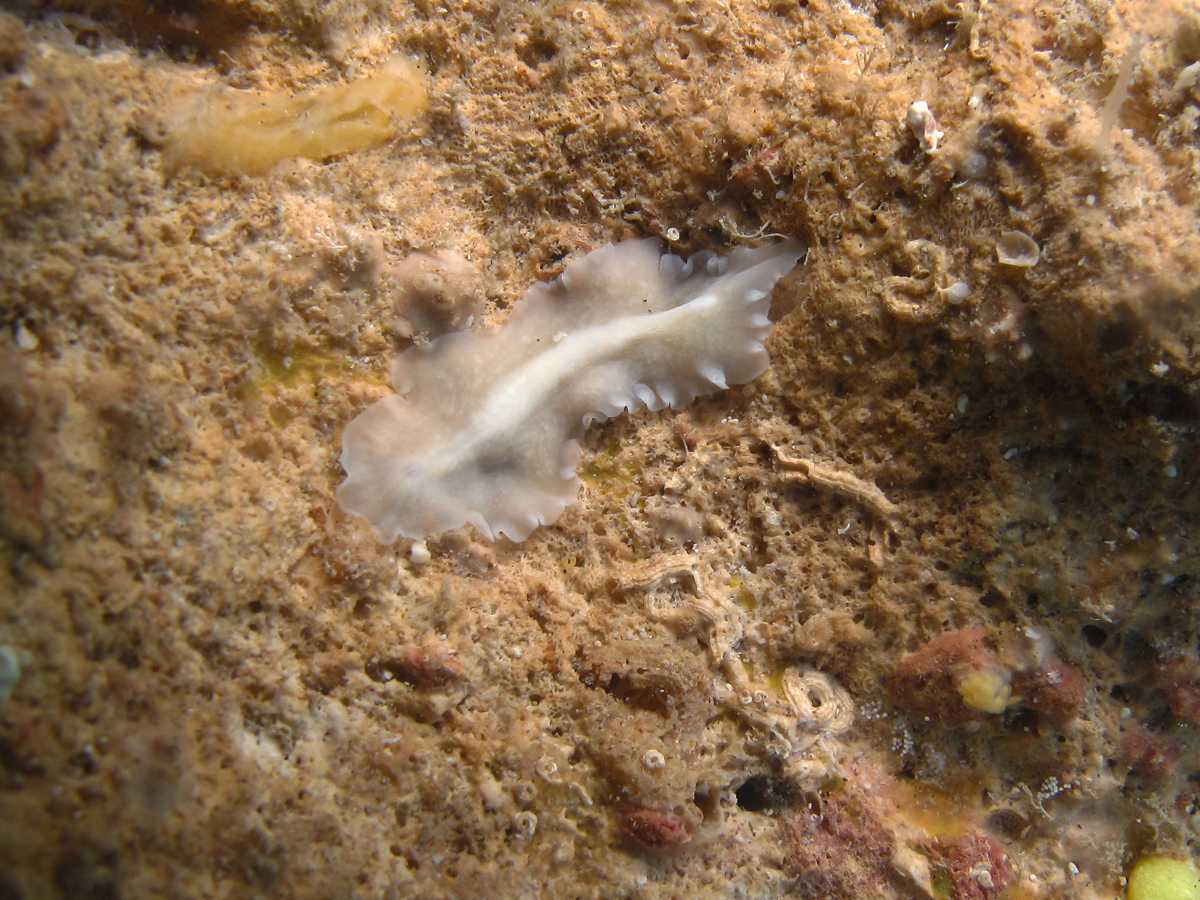
Un plathelminthe Pericelis sp. 4
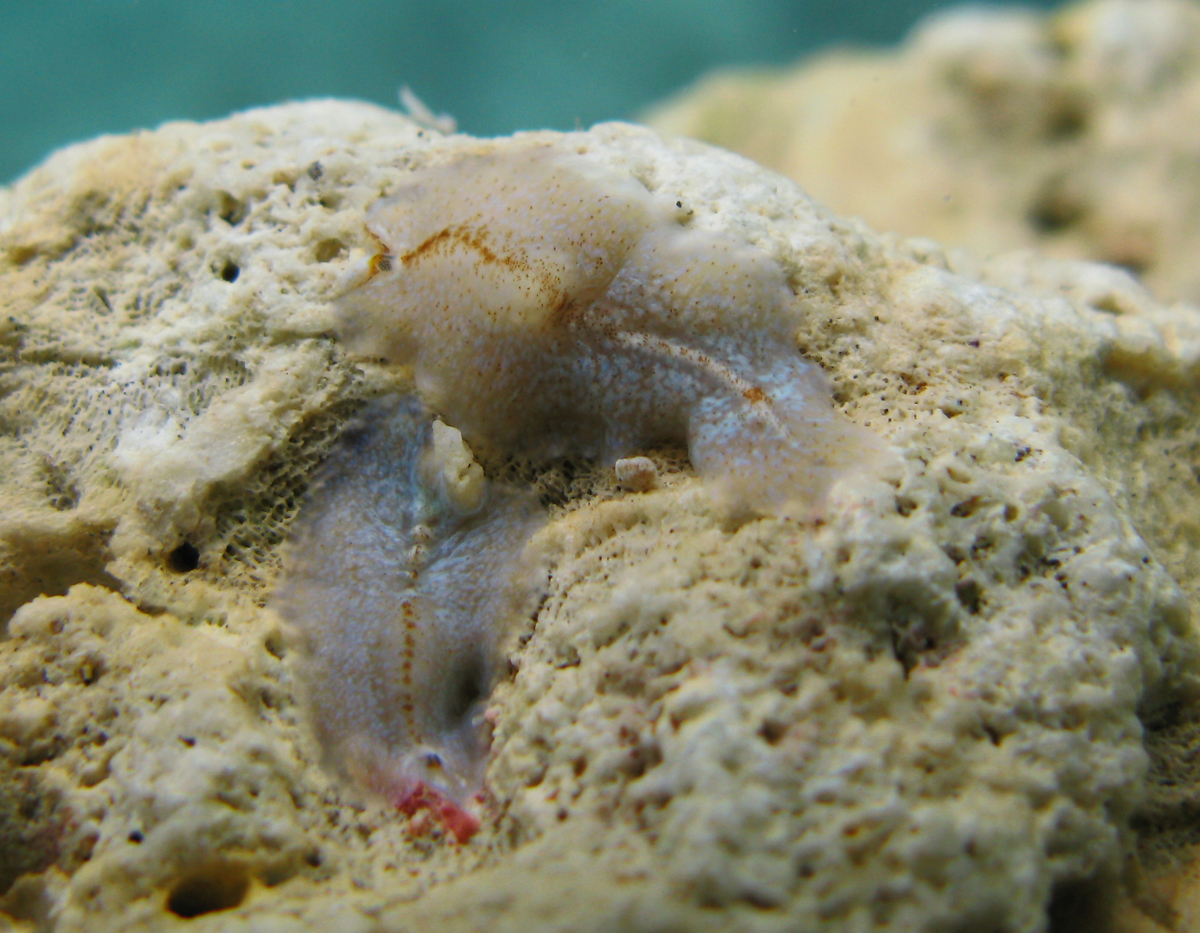
Enchiridium cf. periommatum
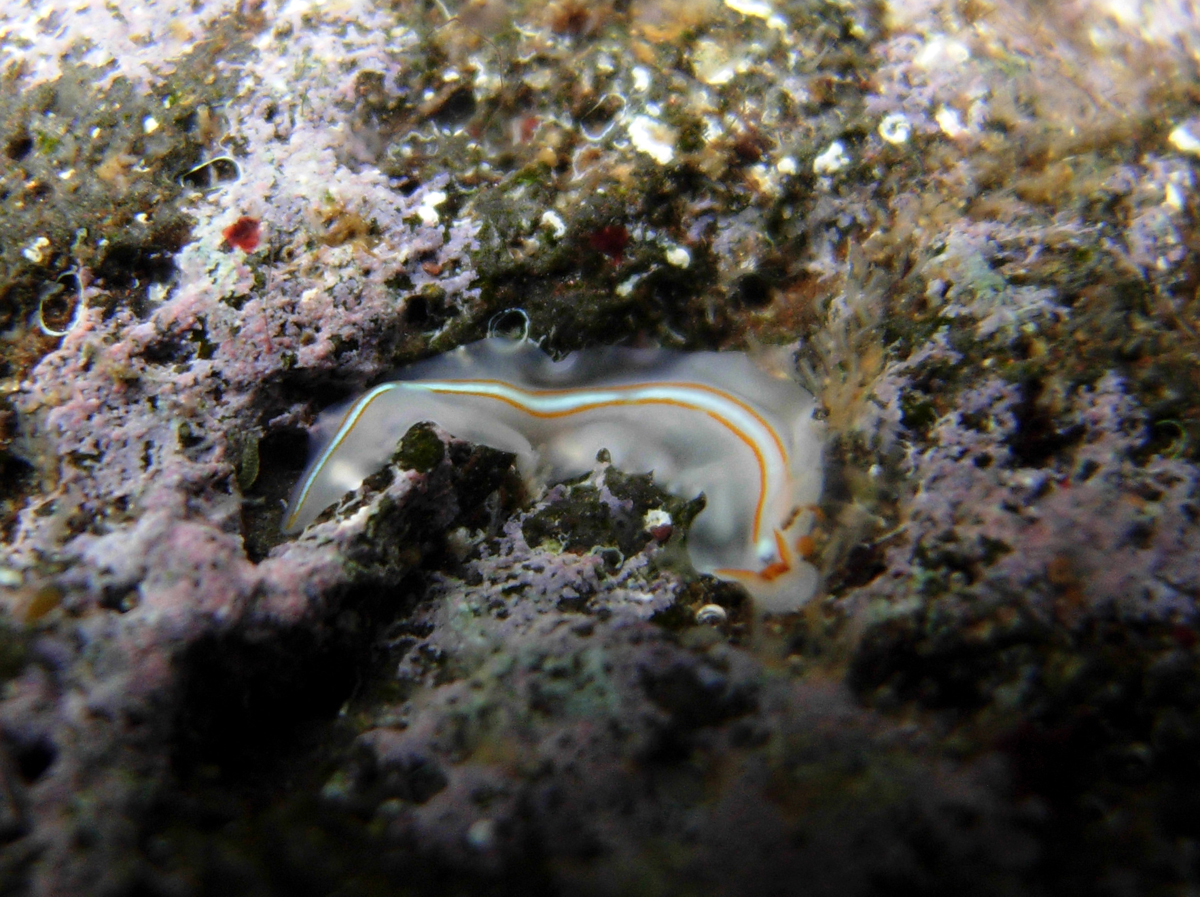
Prosthiostomum cf. trilineatum
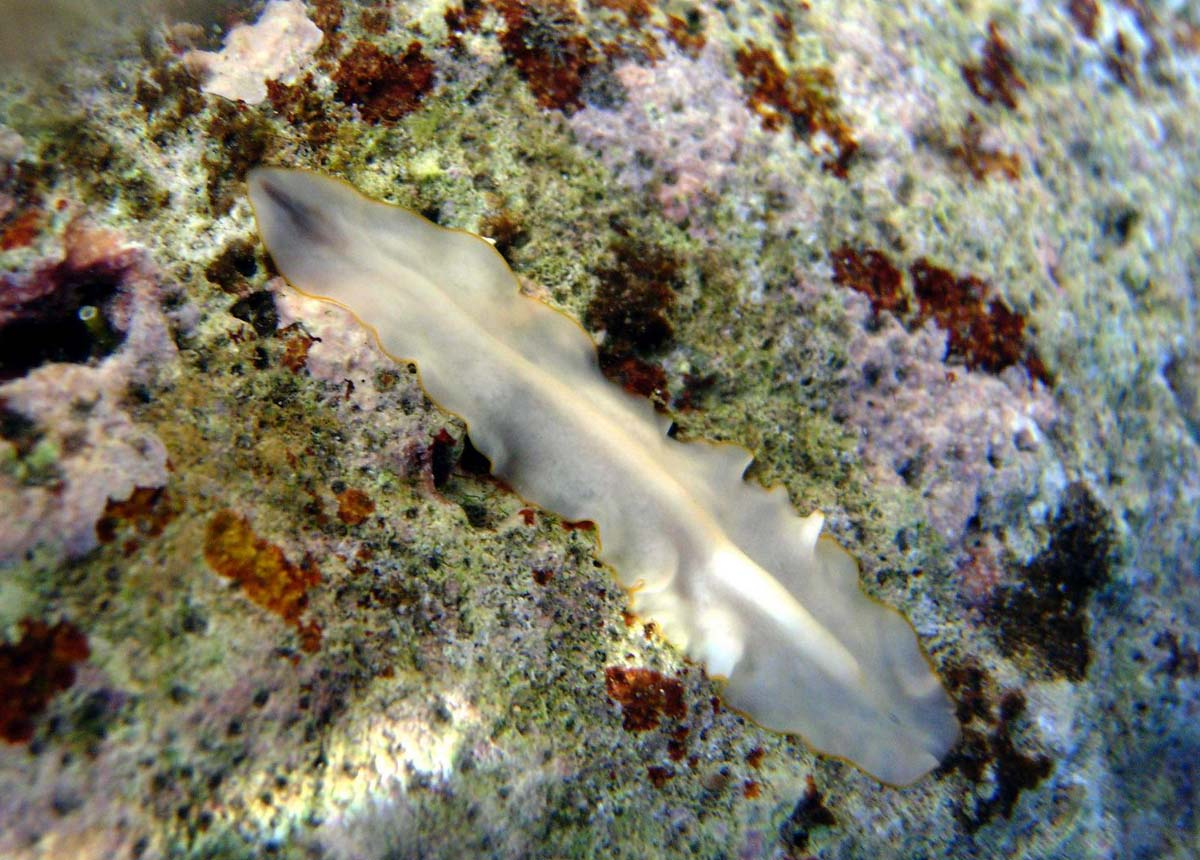
Un plathelminthe de la famille des  Prosthiostomidae (Prosthiostomid  sp.1)
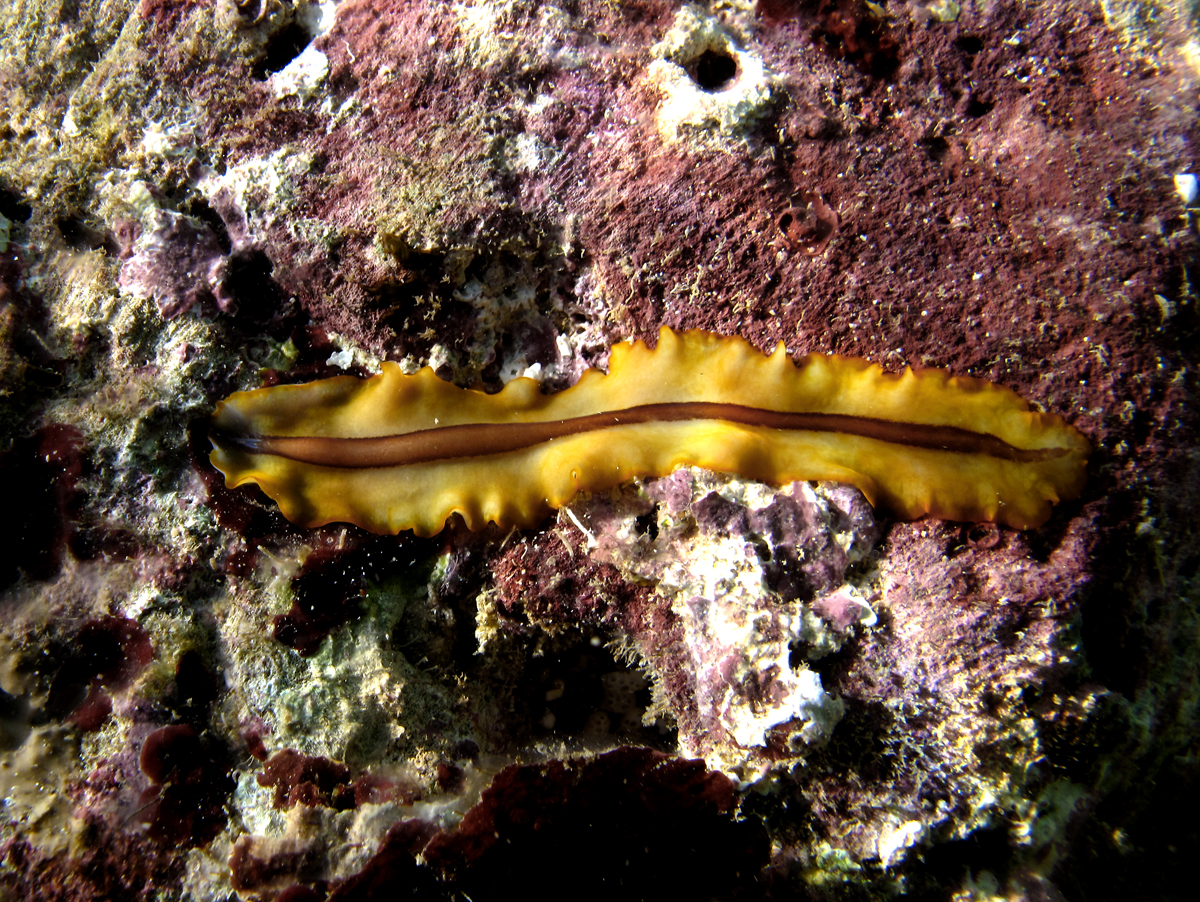
Un plathelminthe de la famille des  Prosthiostomidae (Prosthiostomid  sp.3 ou Enchiridium sp.1)
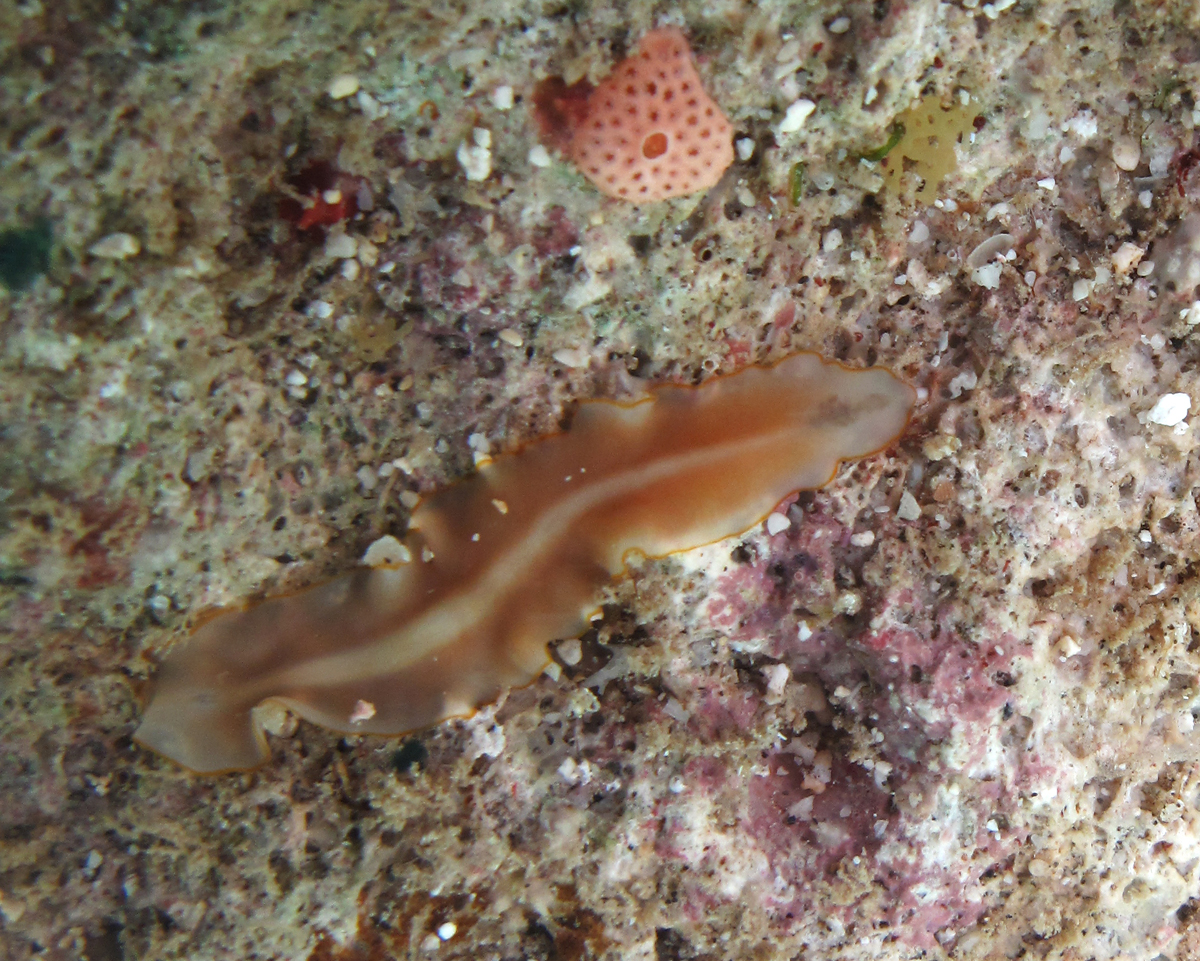
Un plathelminthe de la famille des  Prosthiostomidae (possible variation de couleur de Prosthiostomid sp. 1?)
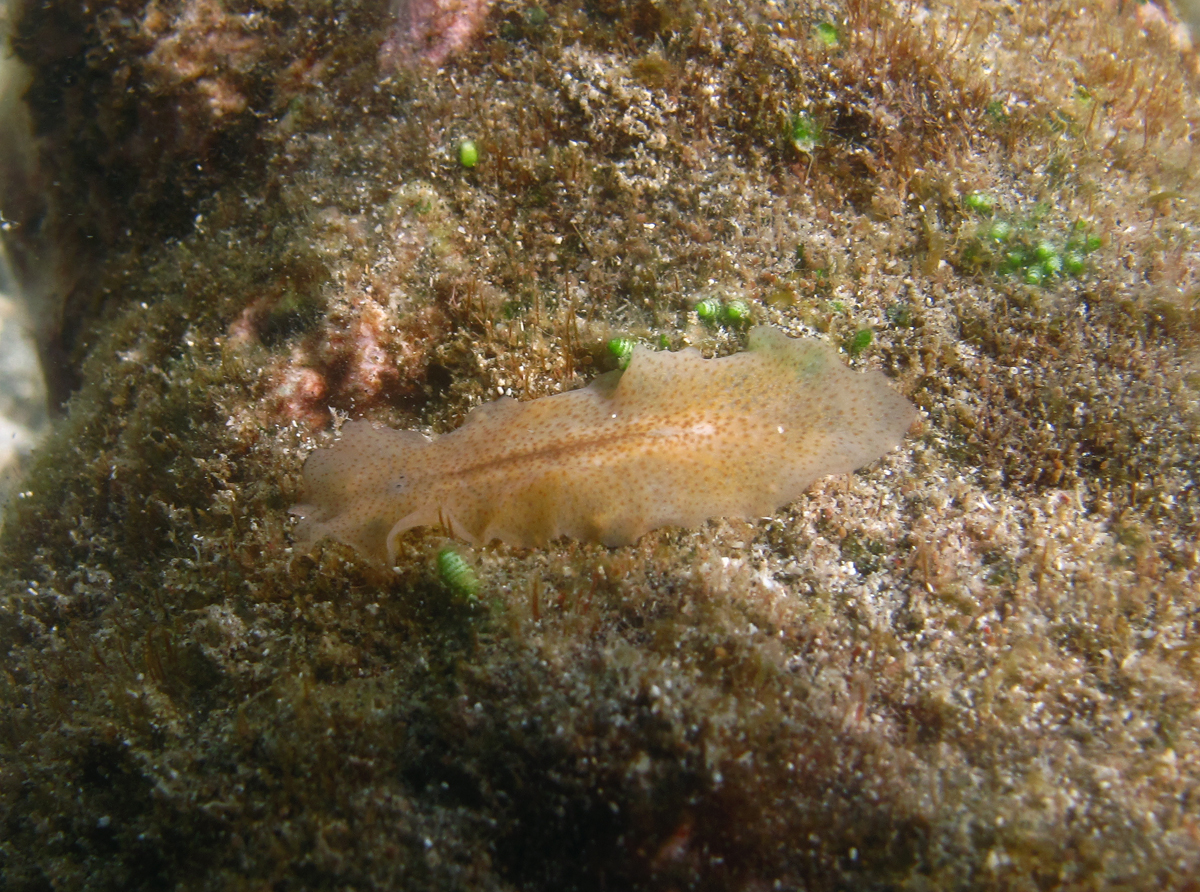
Un plathelminthe de la famille des  Prosthiostomidae
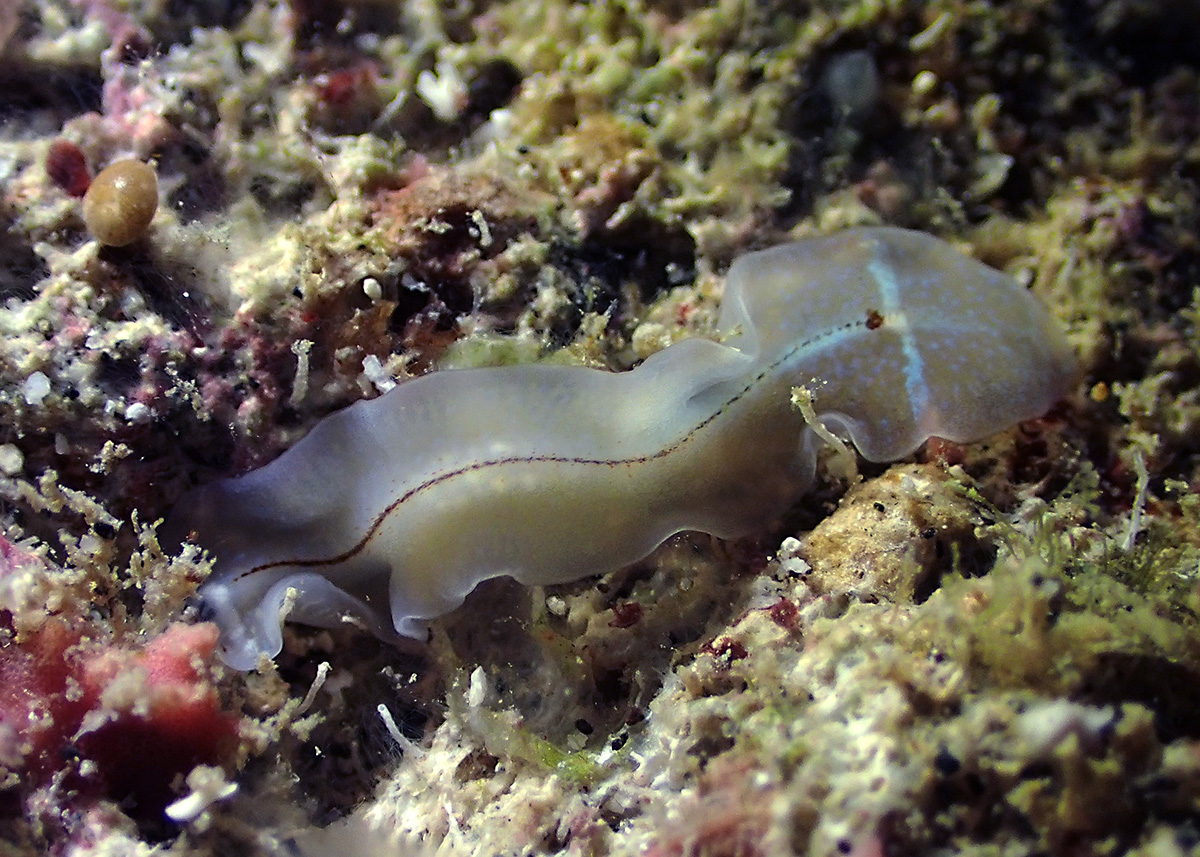
Un plathelminthe de la famille des  Prosthiostomidae
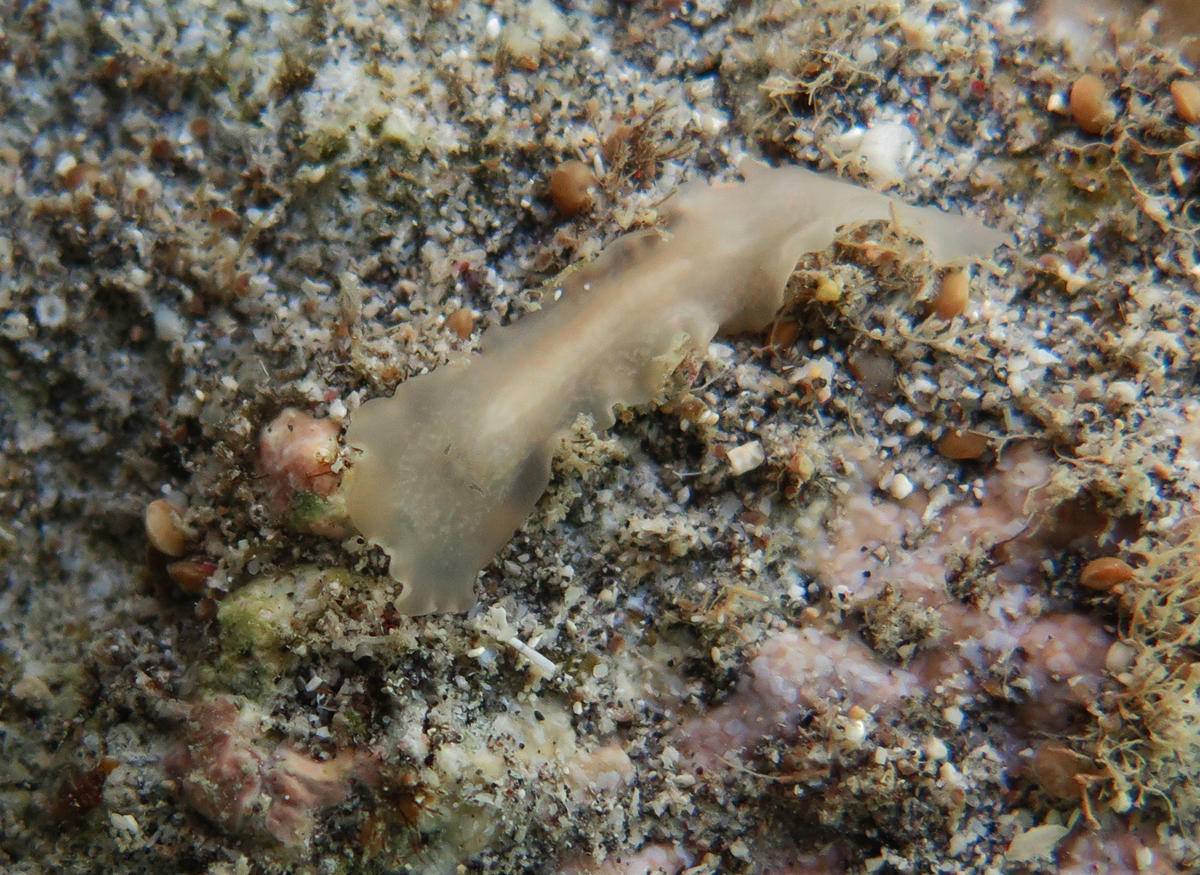
Un plathelminthe du groupe des Leptoplanoidea (Leptoplanoidae possible)?
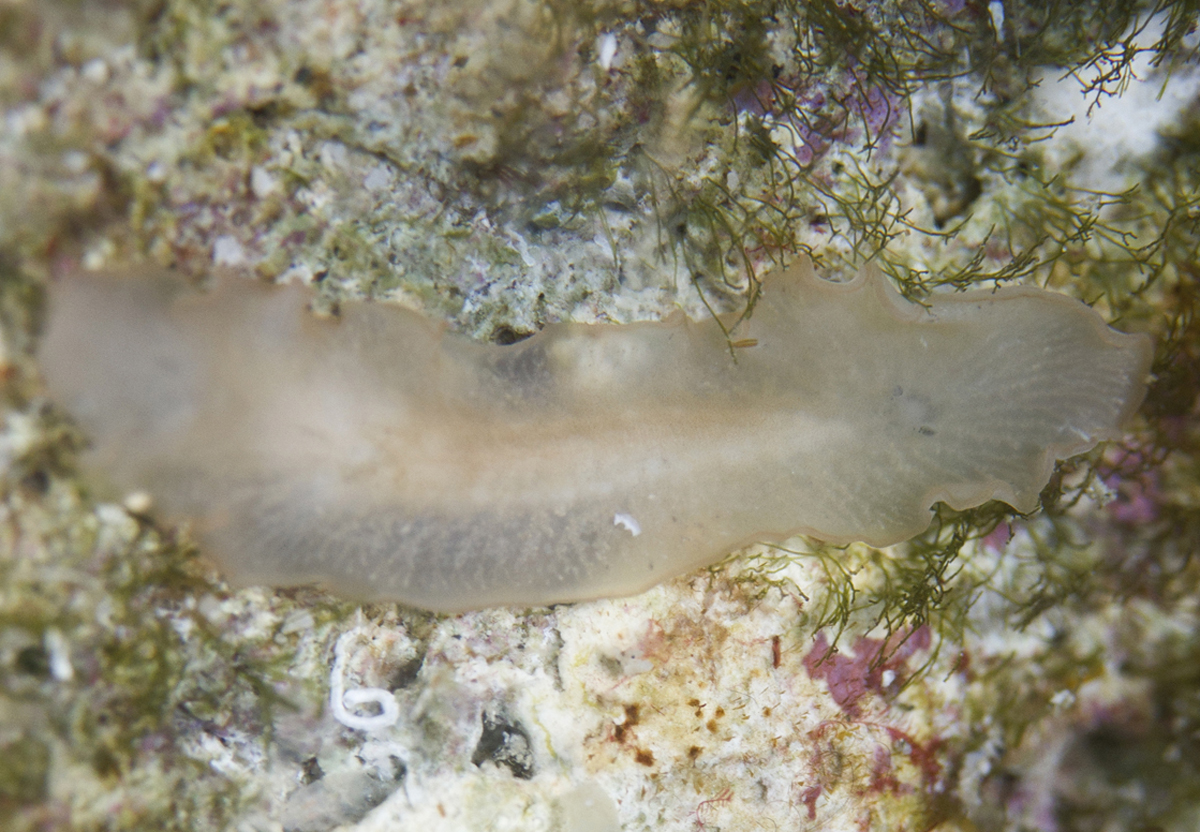
Un plathelminthe du groupe des Leptoplanoidea (Leptoplanoidae possible)?
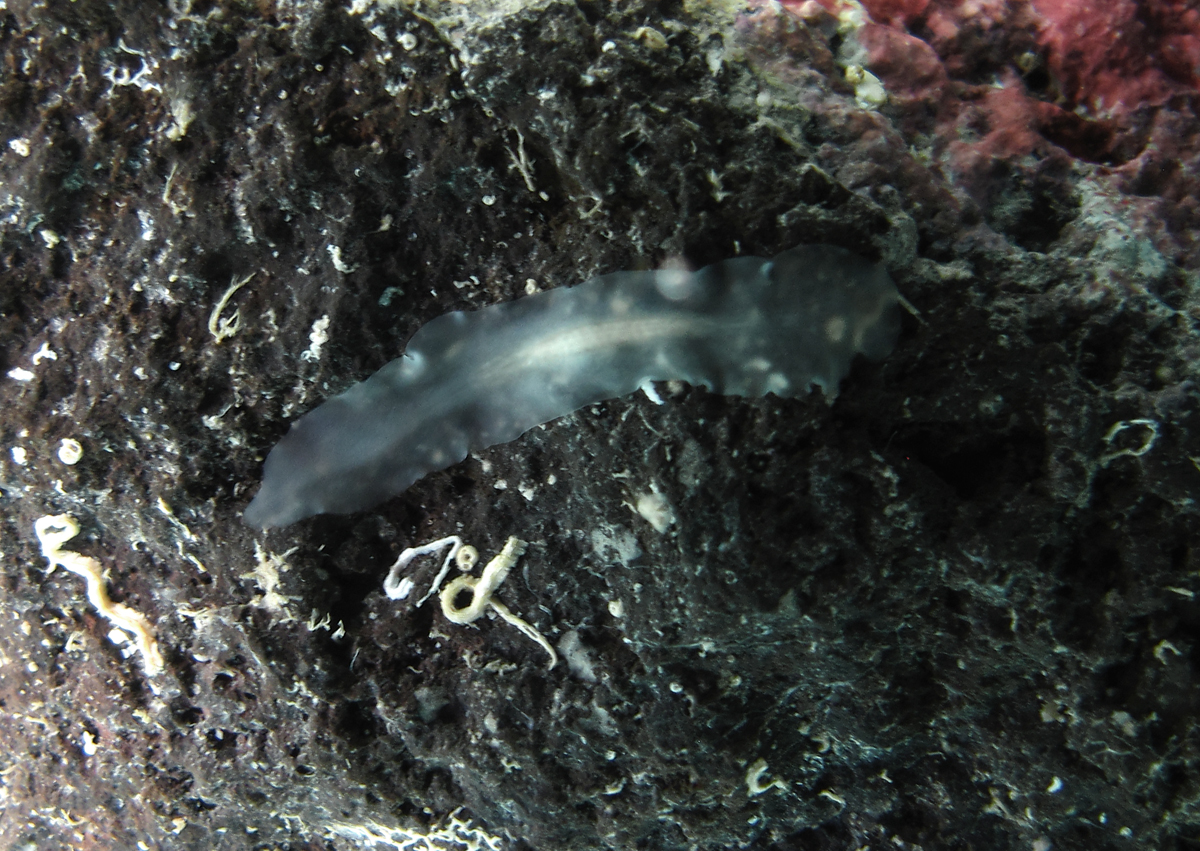
Un plathelminthe du groupe des Leptoplanoidea?
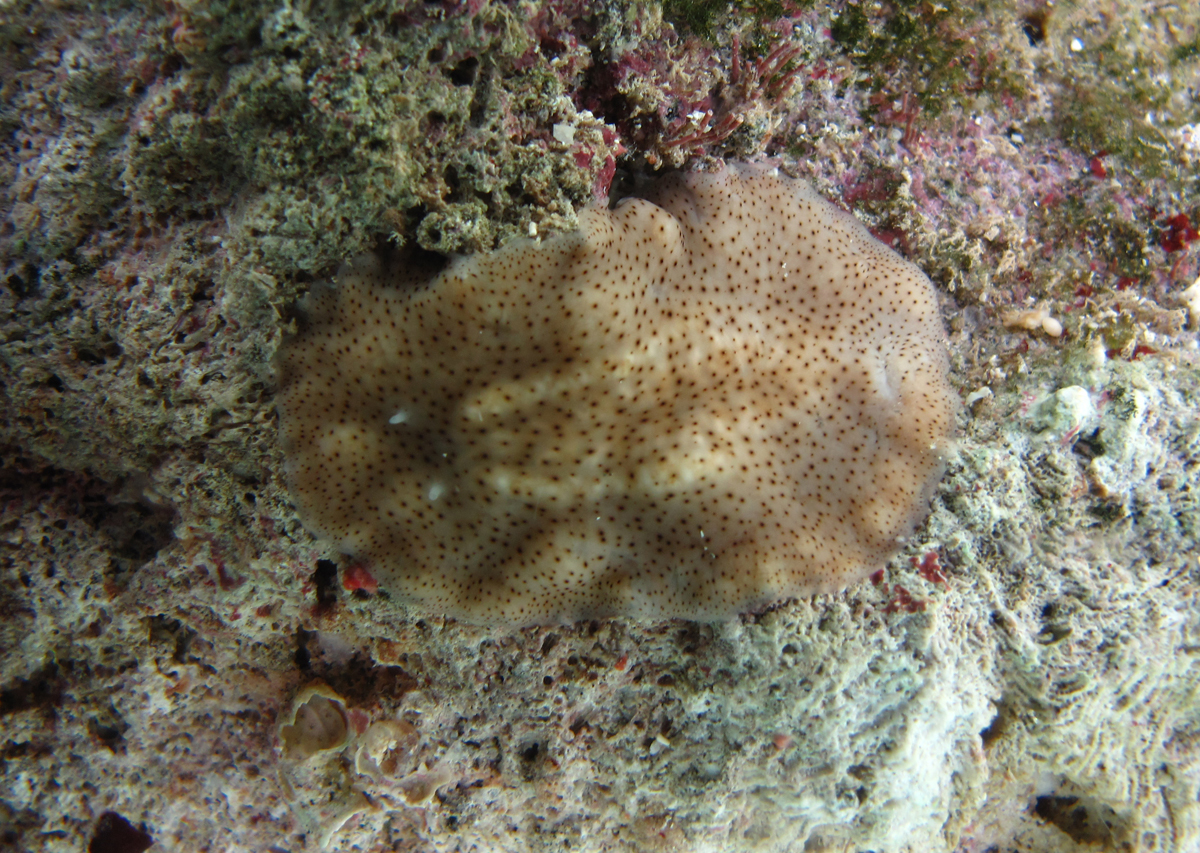
Stylochus sp. 1 (ou S. stellatus)
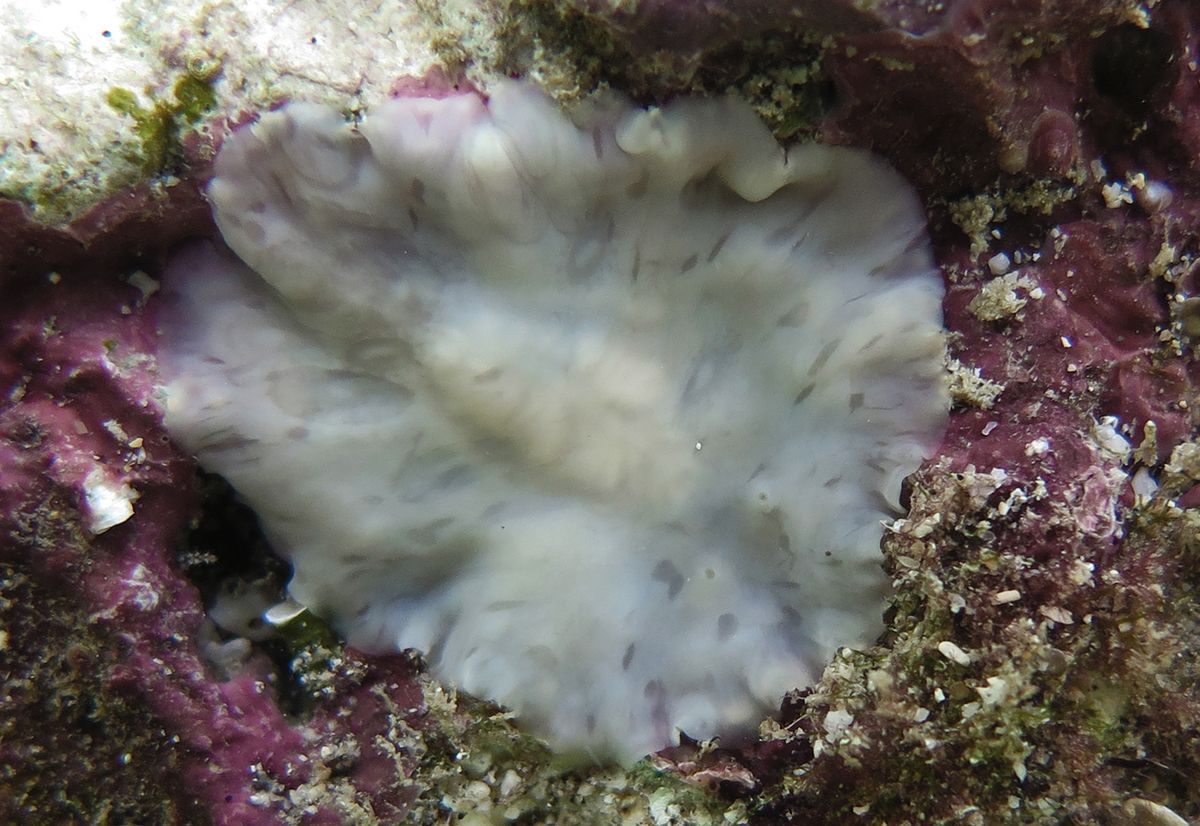
Stylochus sp.?
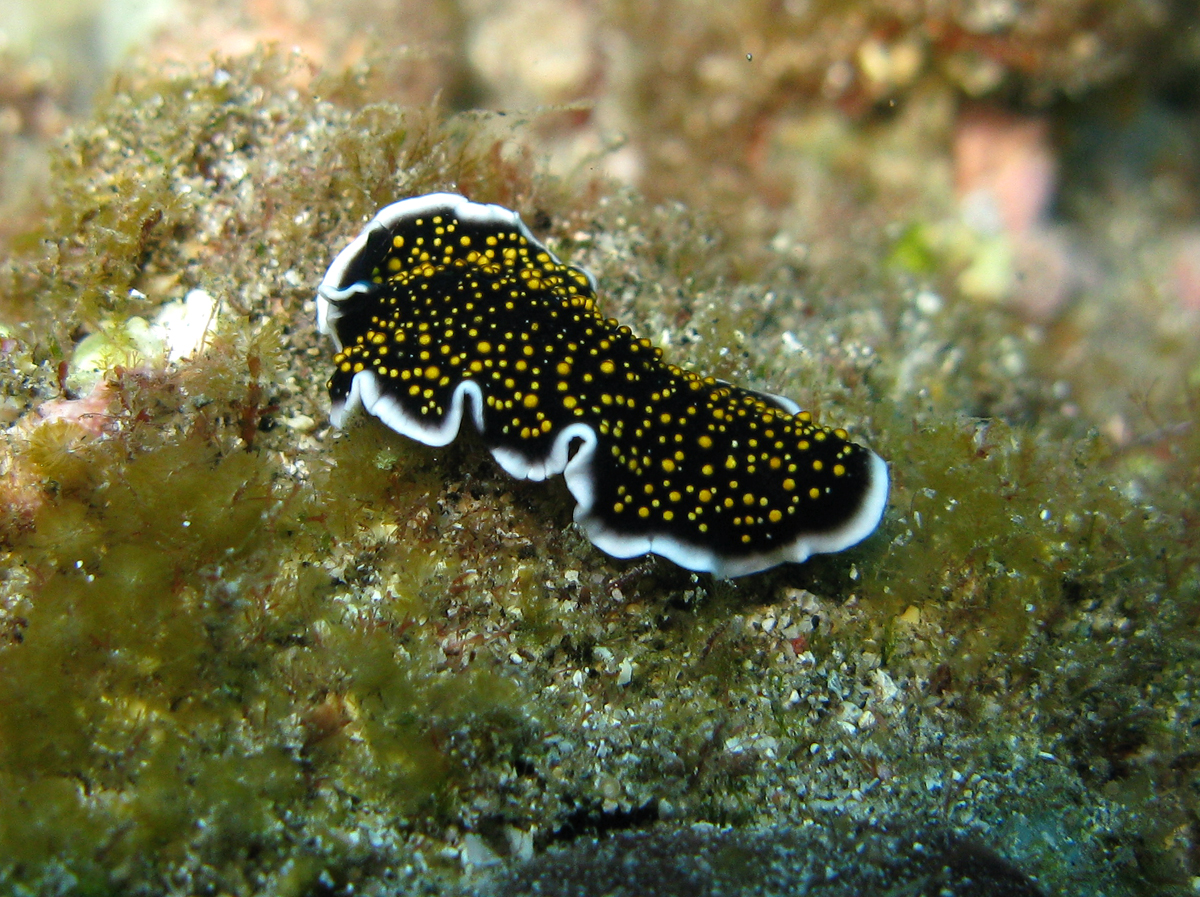
Thysanozoon nigropapillosum
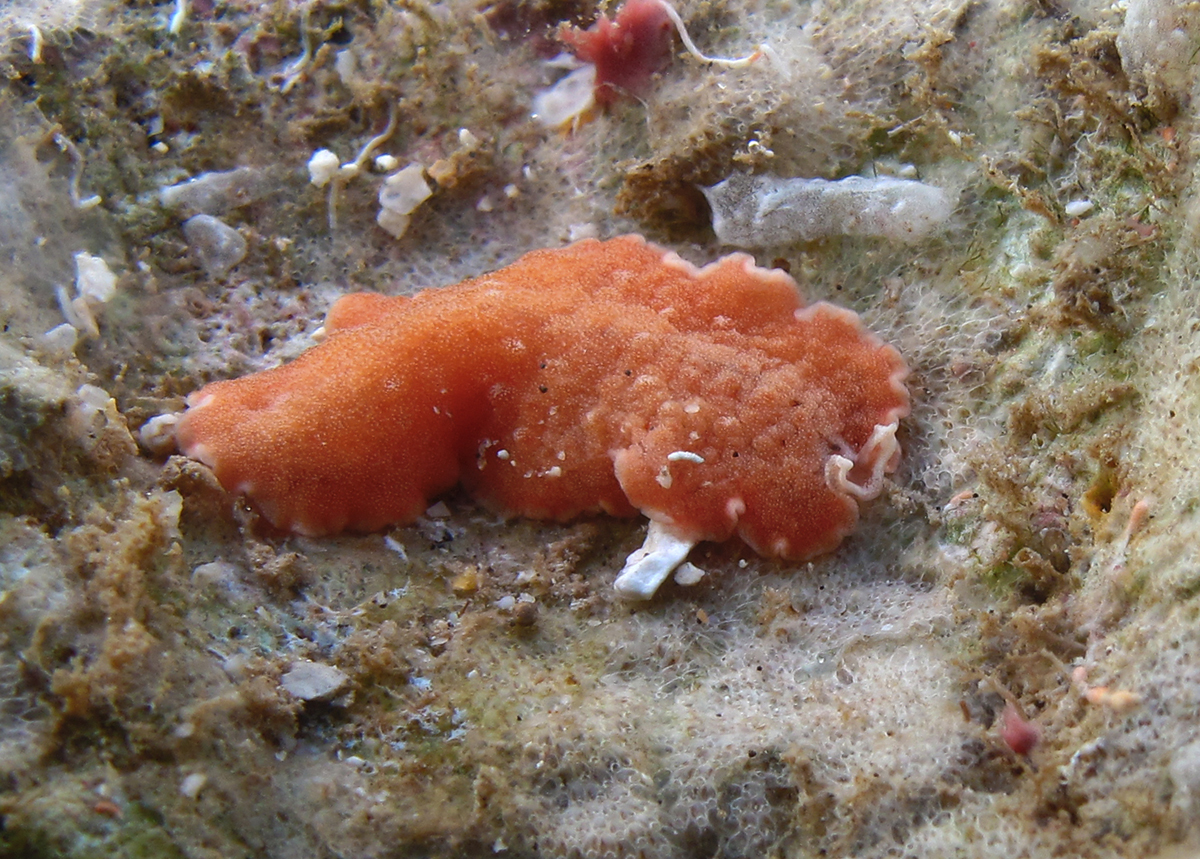
« Acanthozoon/Thysanozoon sp. 3 »
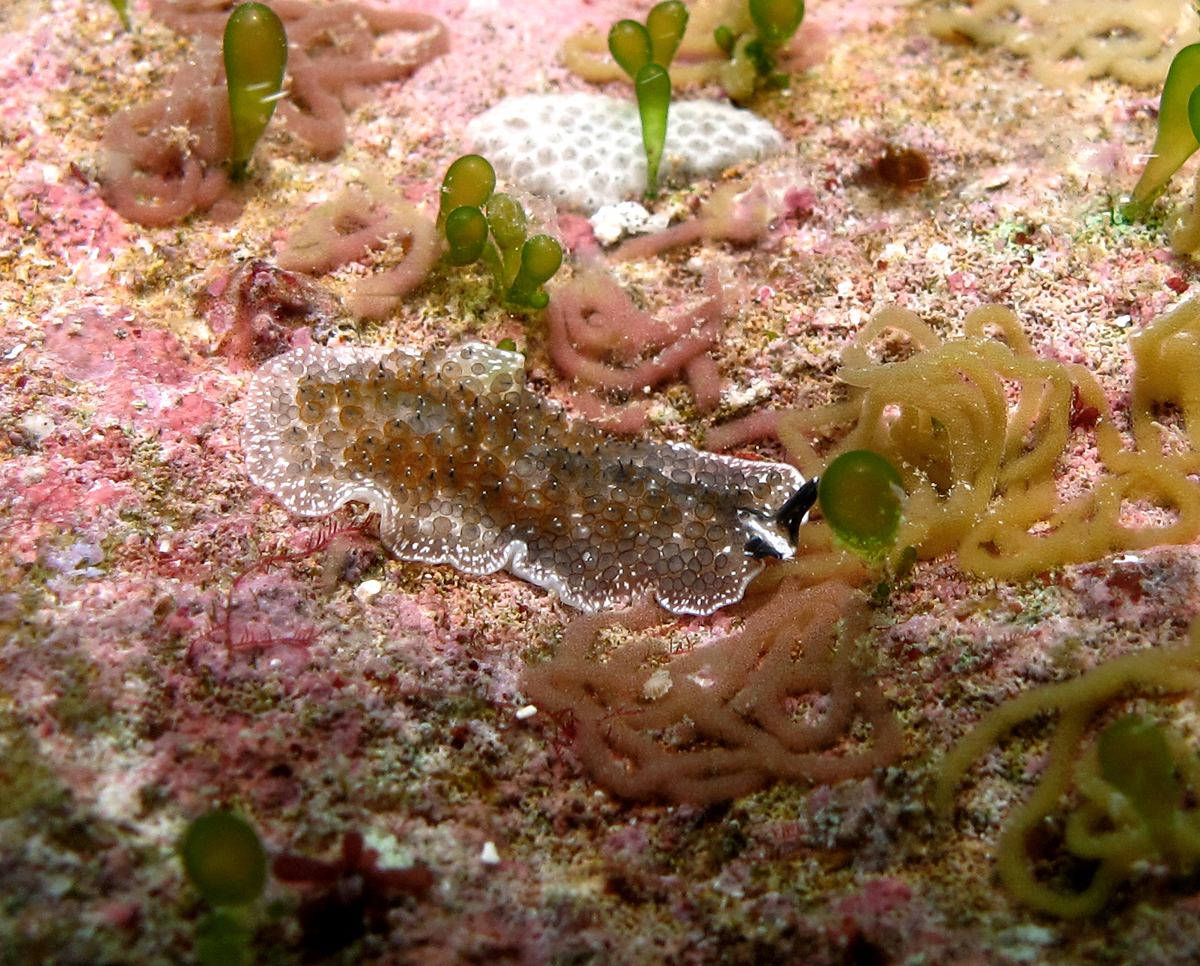
Un plathelminthe du genre Thysanozoon ou Acanthozoon
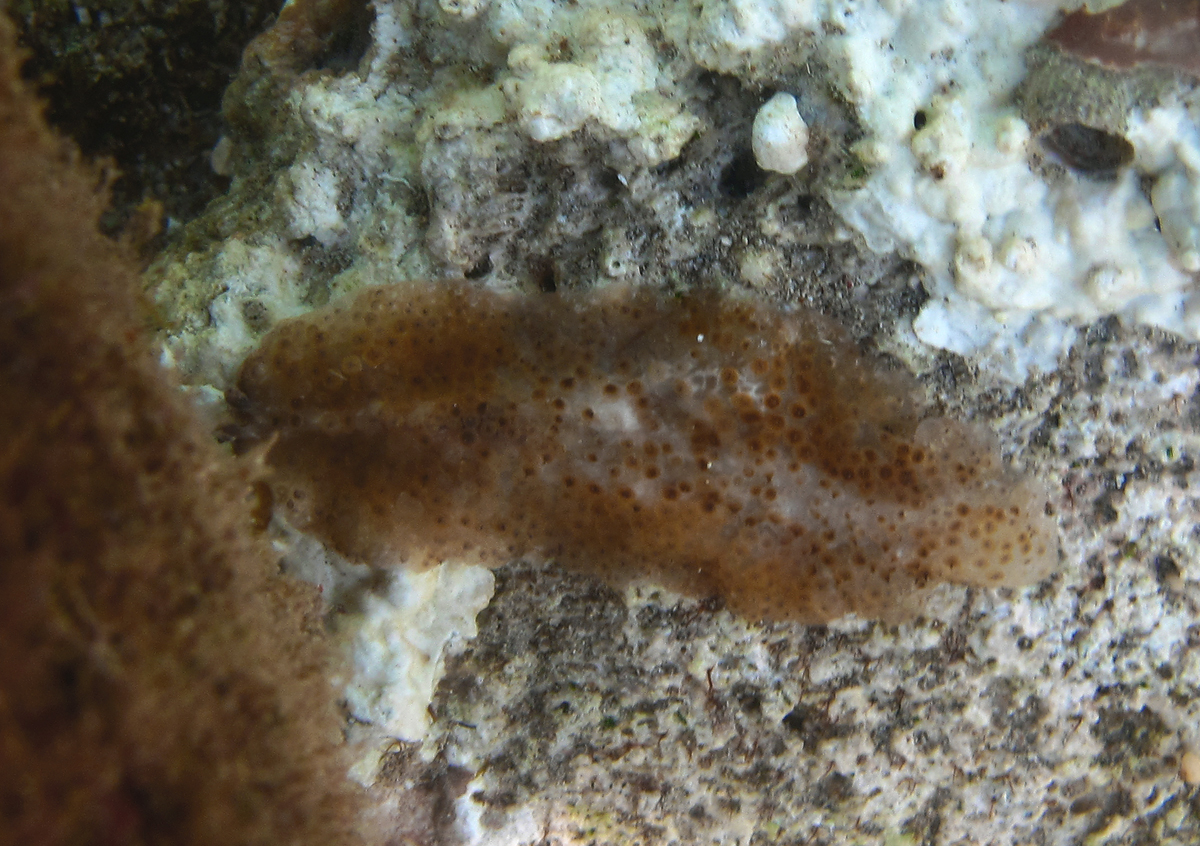
Thysanozoon ou Acanthozoon
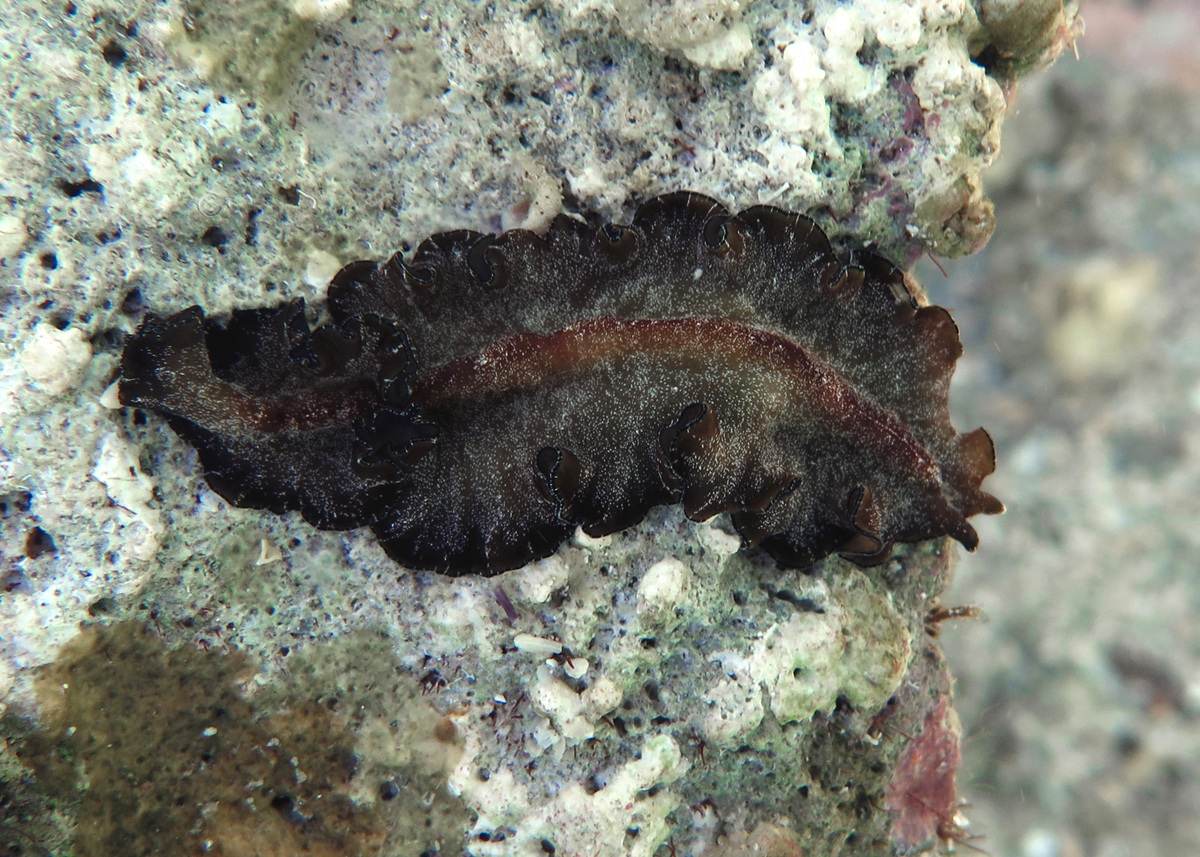
Phrikoceros lizardensis
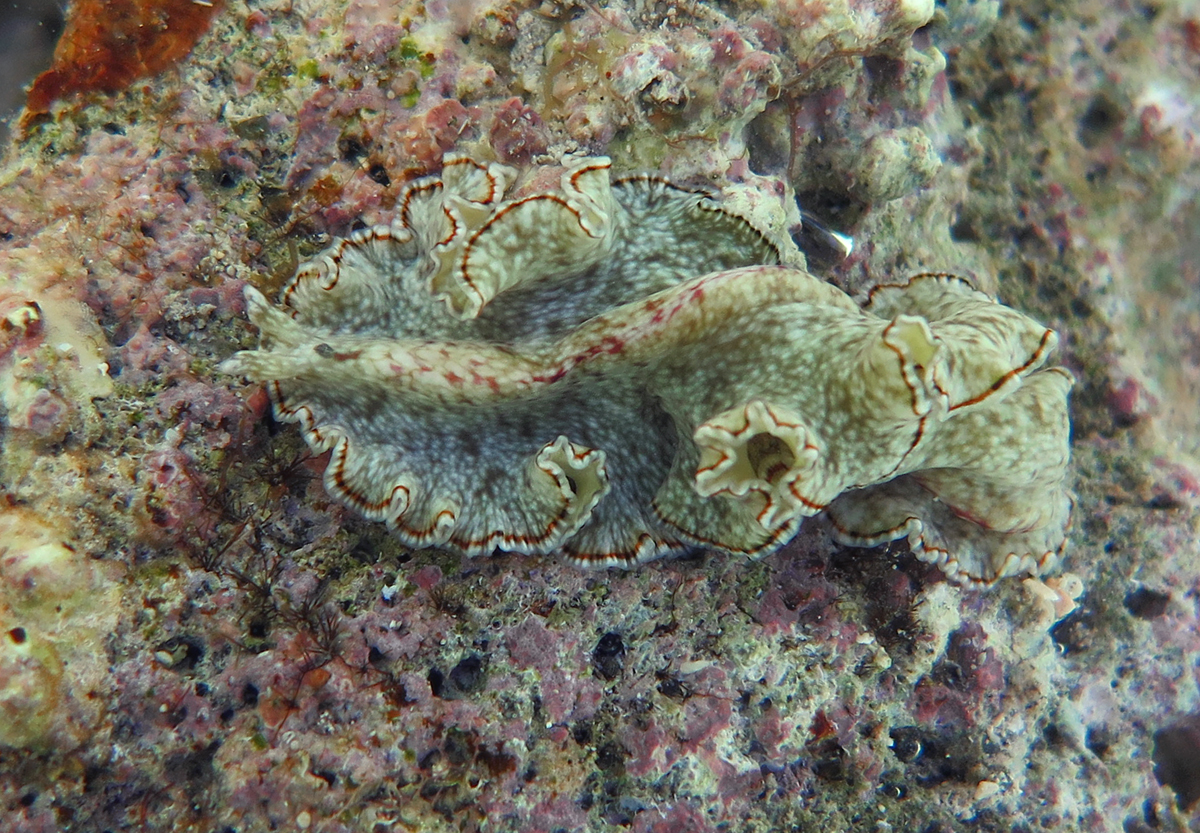
Pseudocerotid sp.5?
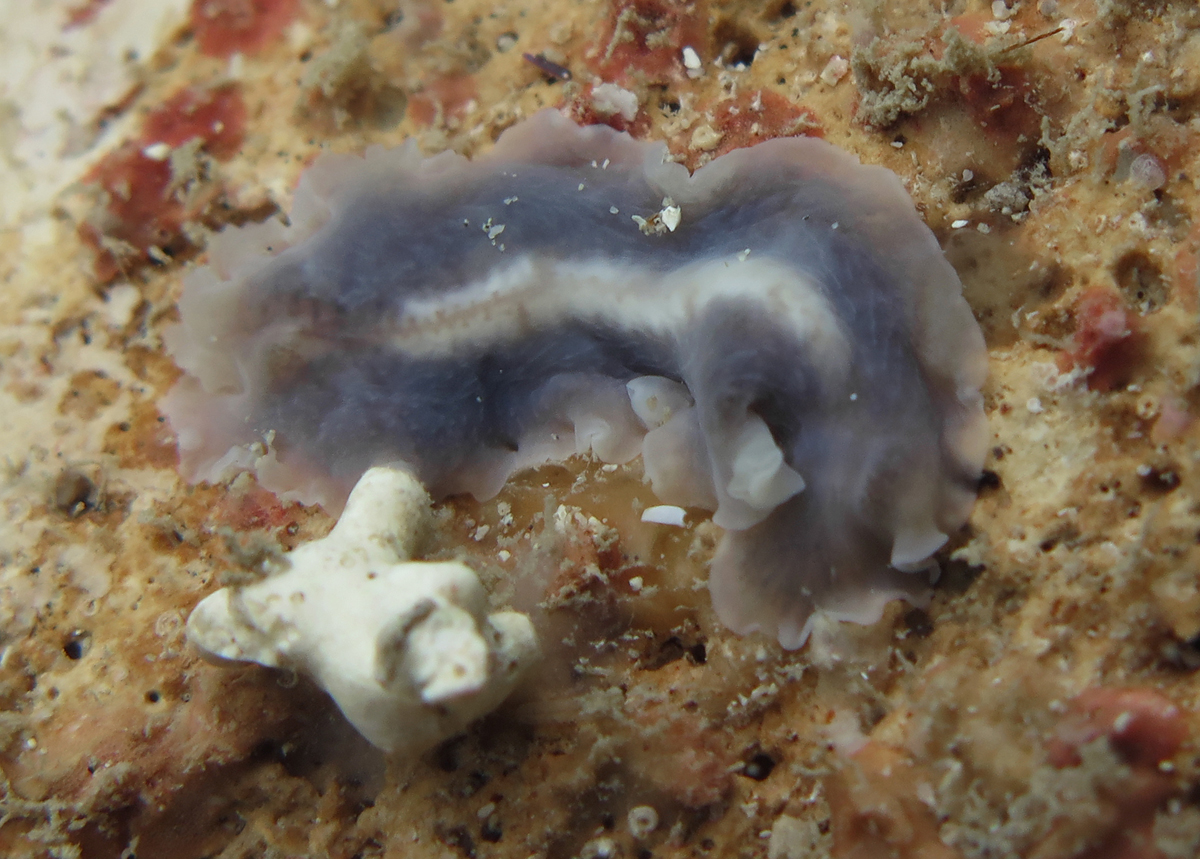
Un plathelminthe de la famille des Anonymidae ou des Cryptocelidae?
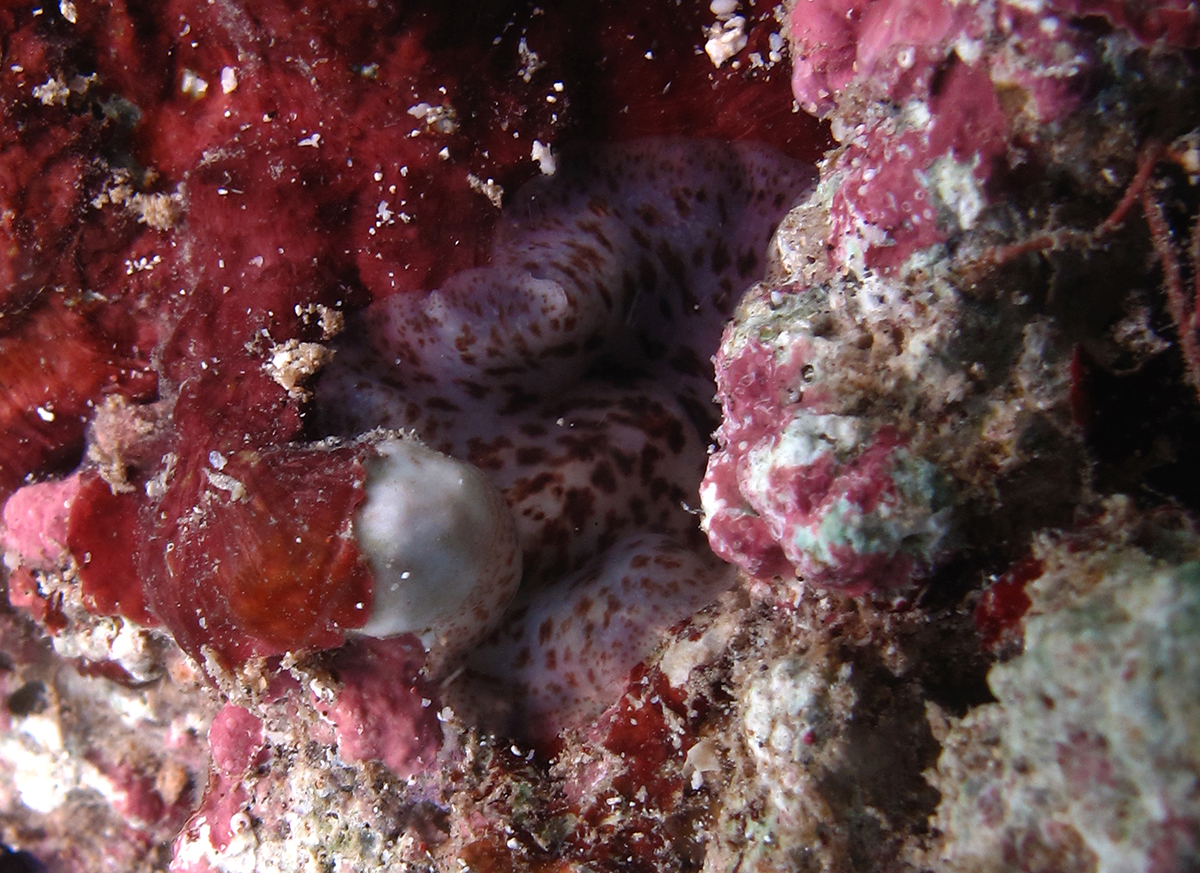
Un plathelminthe polyclade non identifié (peut-être de la famille des Planoceridae)
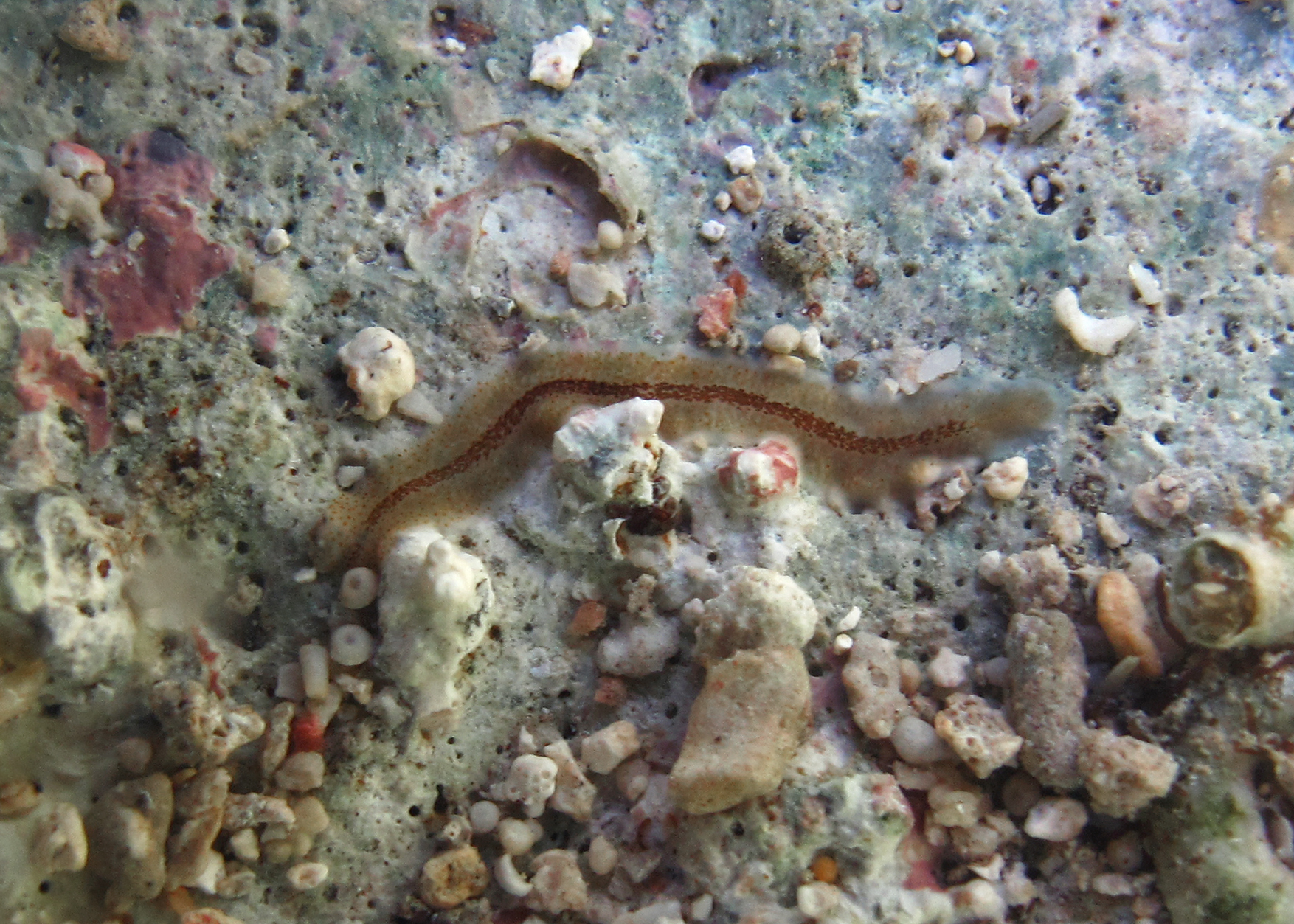
Un plathelminthe polyclade, « Prosthiostomid sp. 2 » selon Newman.
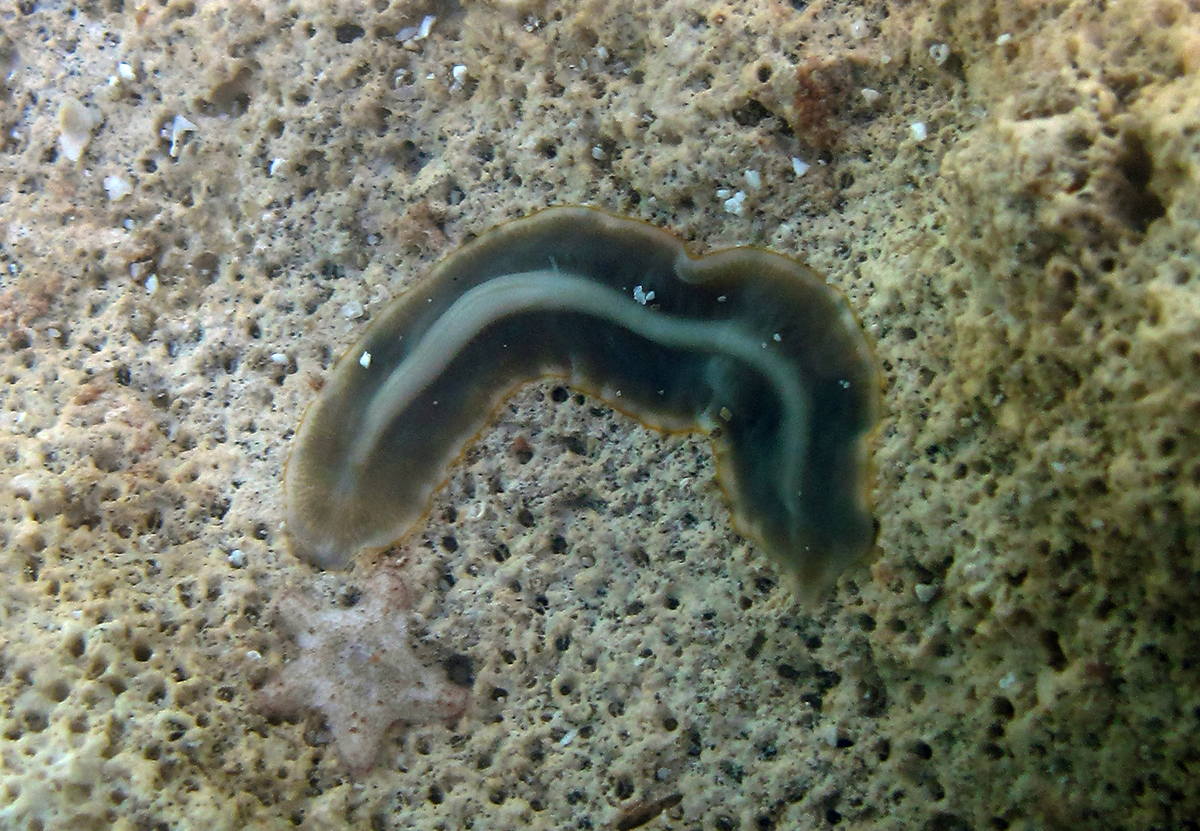
Un plathelminthe polyclade non identifié (poss. Prosthiostomid sp. 2)
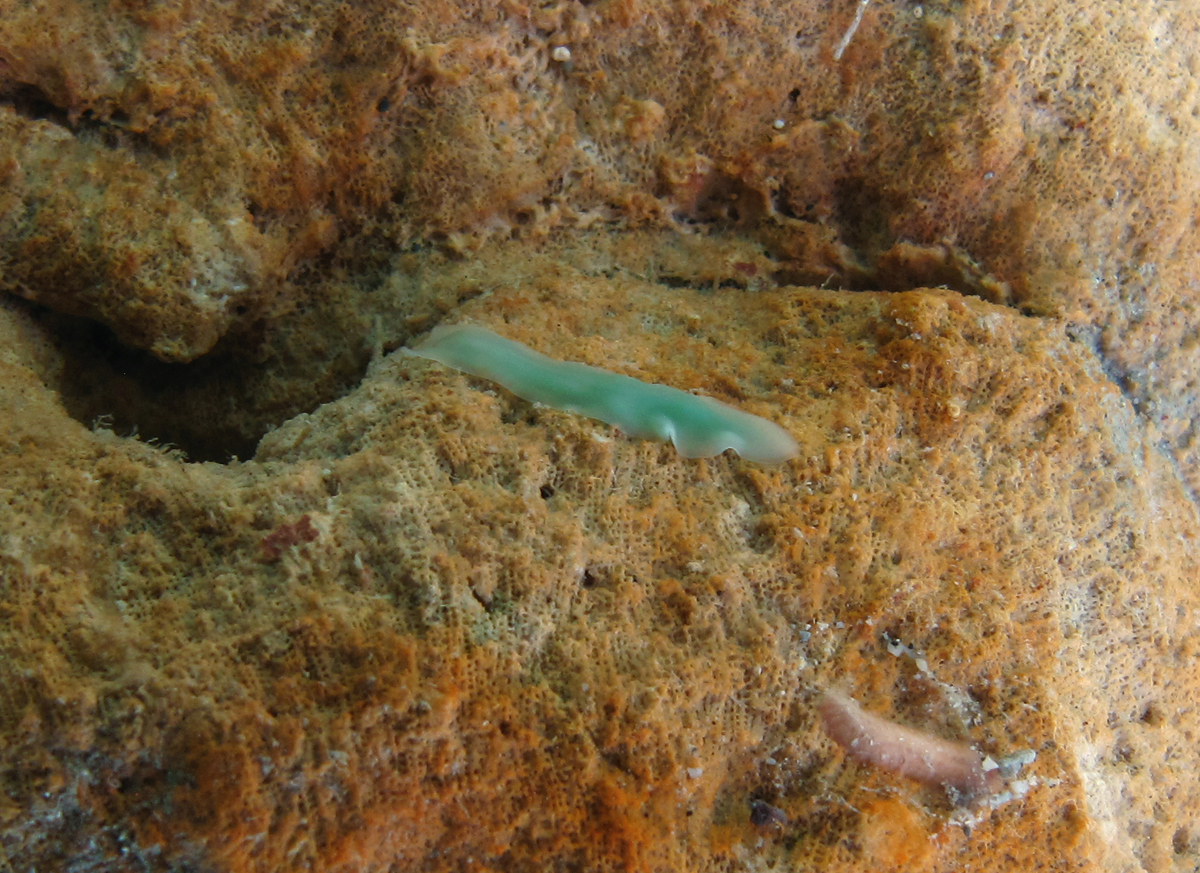
Un plathelminthe polyclade non identifié
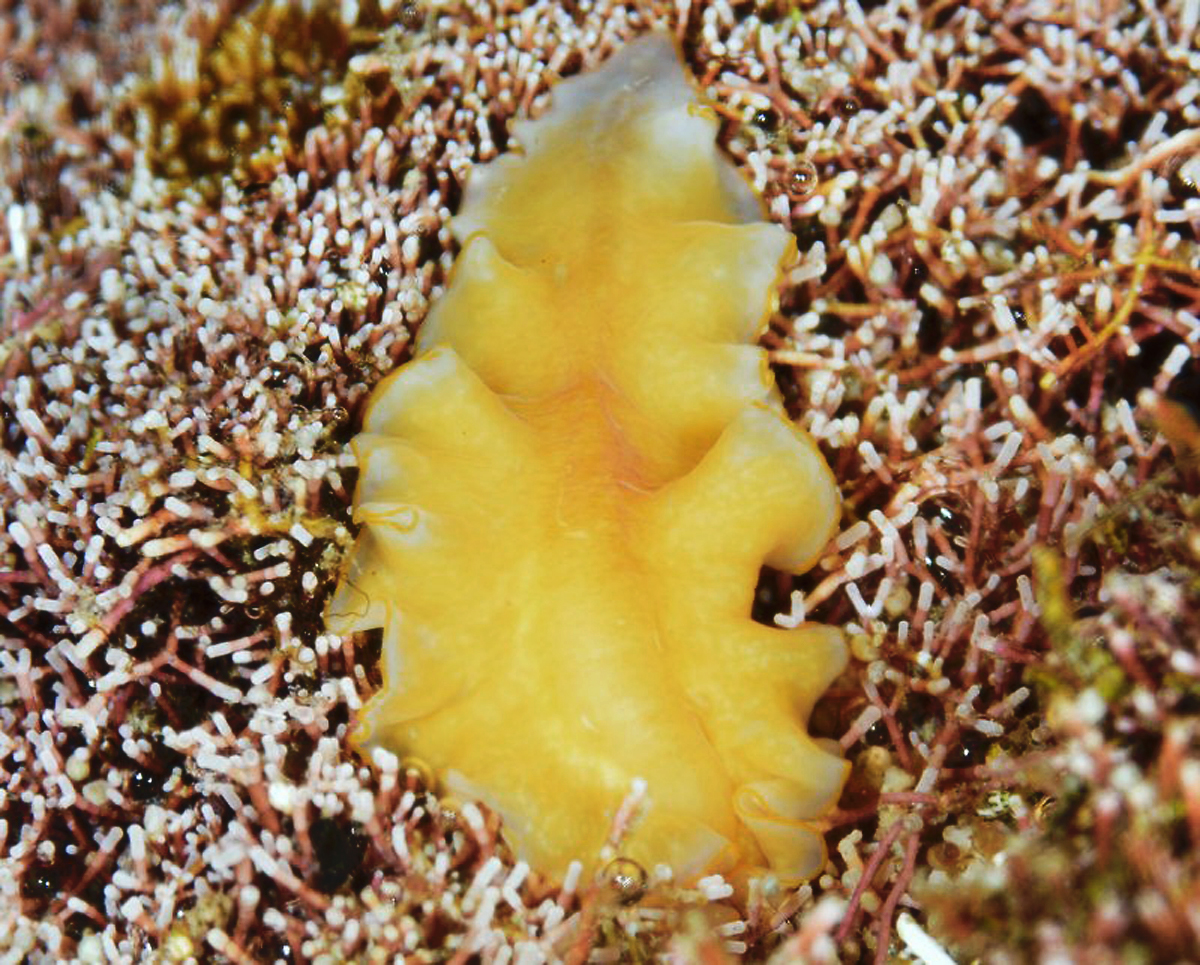
Un plathelminthe polyclade non identifié
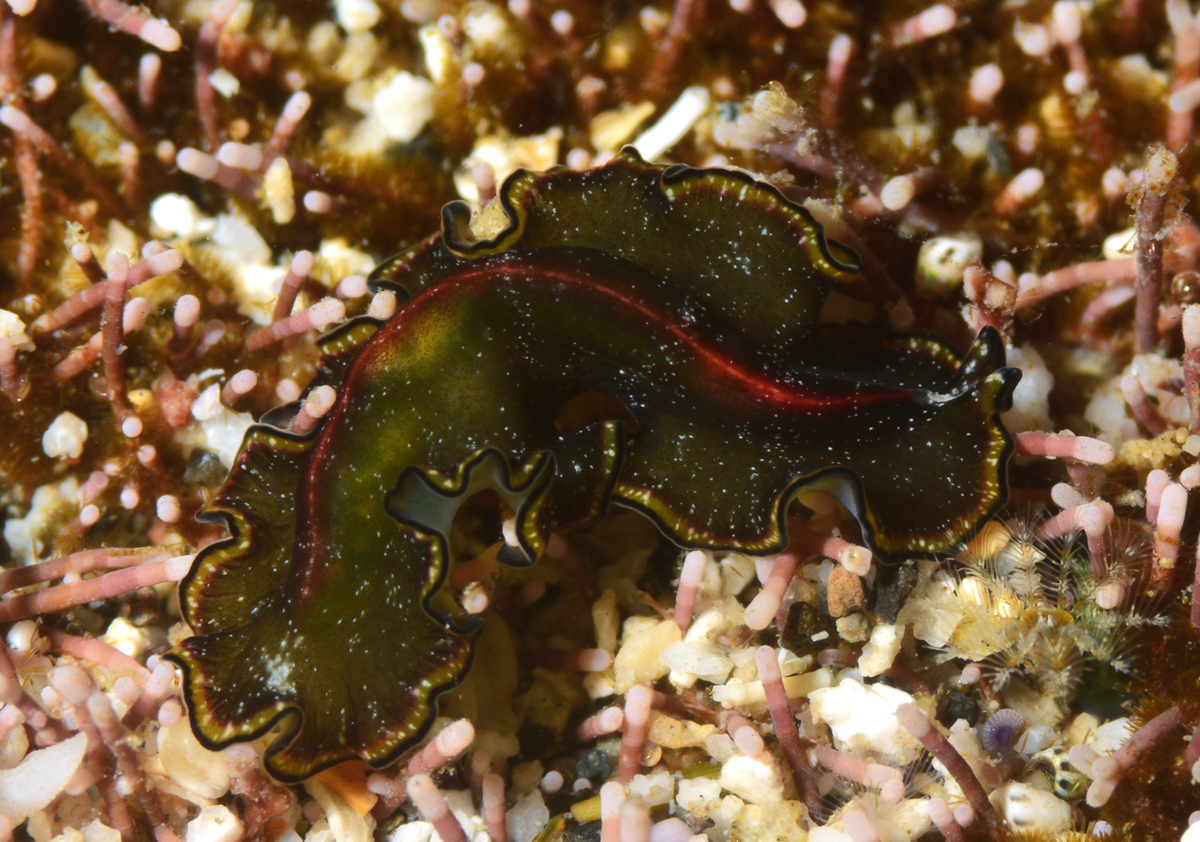
Un plathelminthe polyclade non identifié
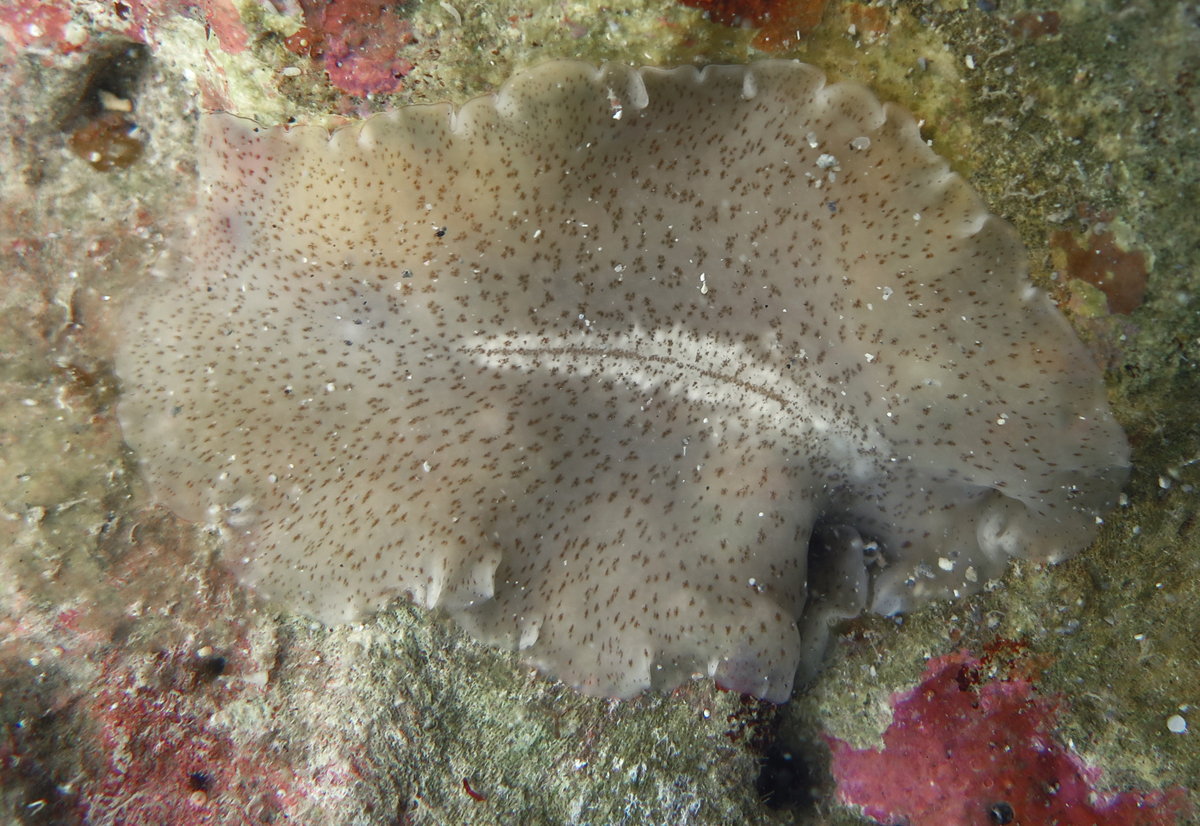
Un plathelminthe polyclade non identifié
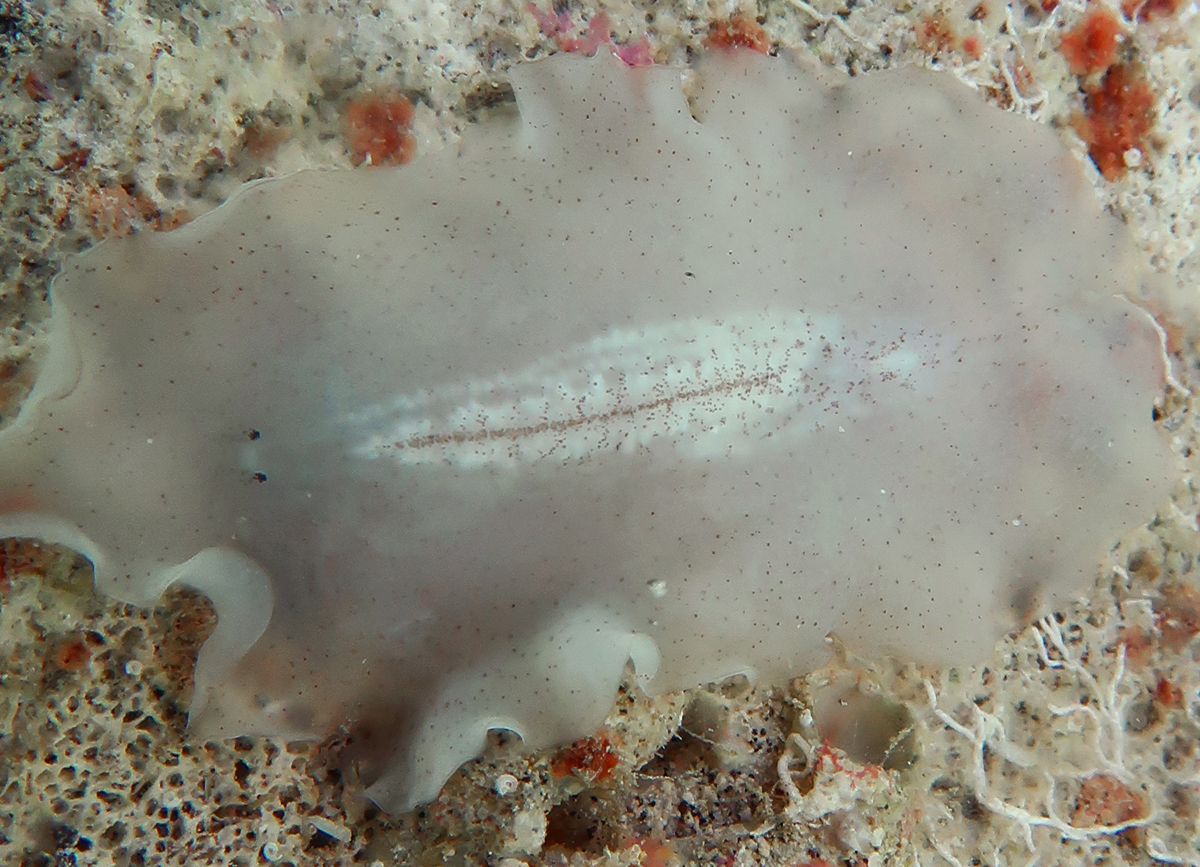
Un plathelminthe polyclade non identifié
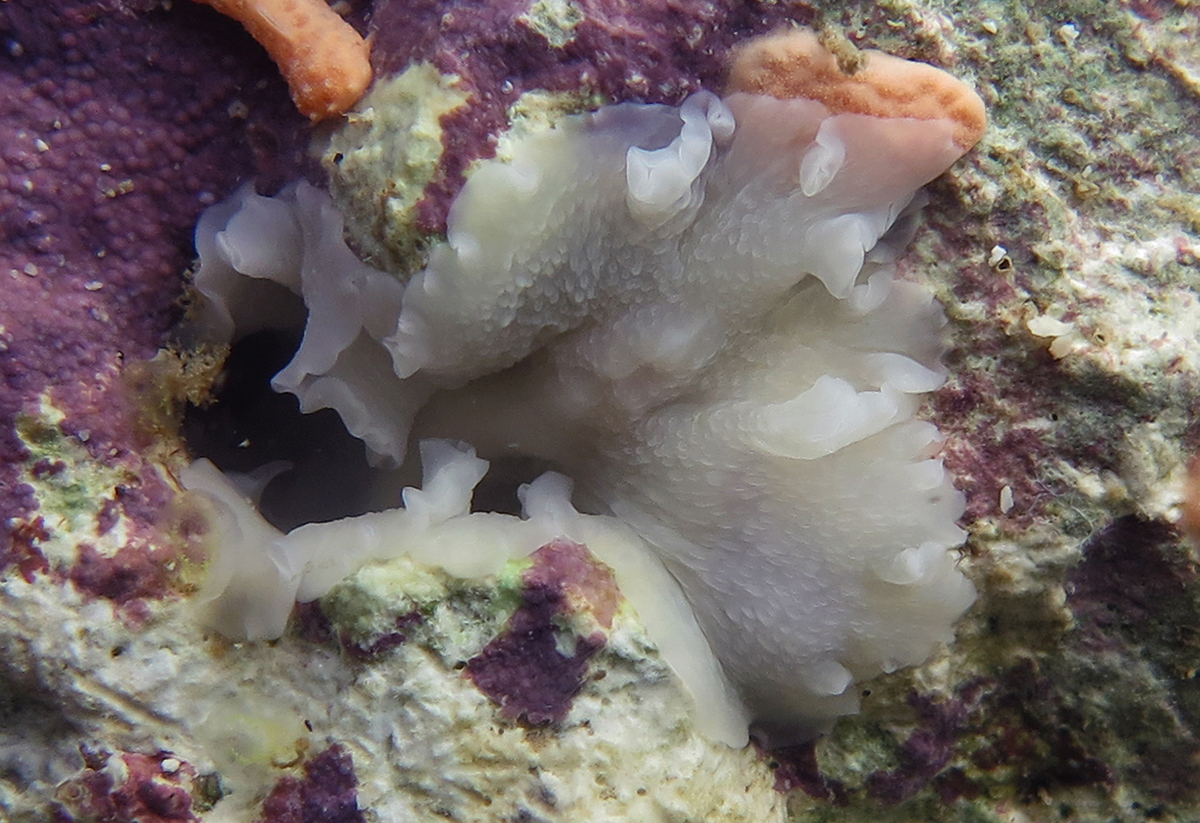
Un plathelminthe polyclade non identifié.

### Autres types de vers

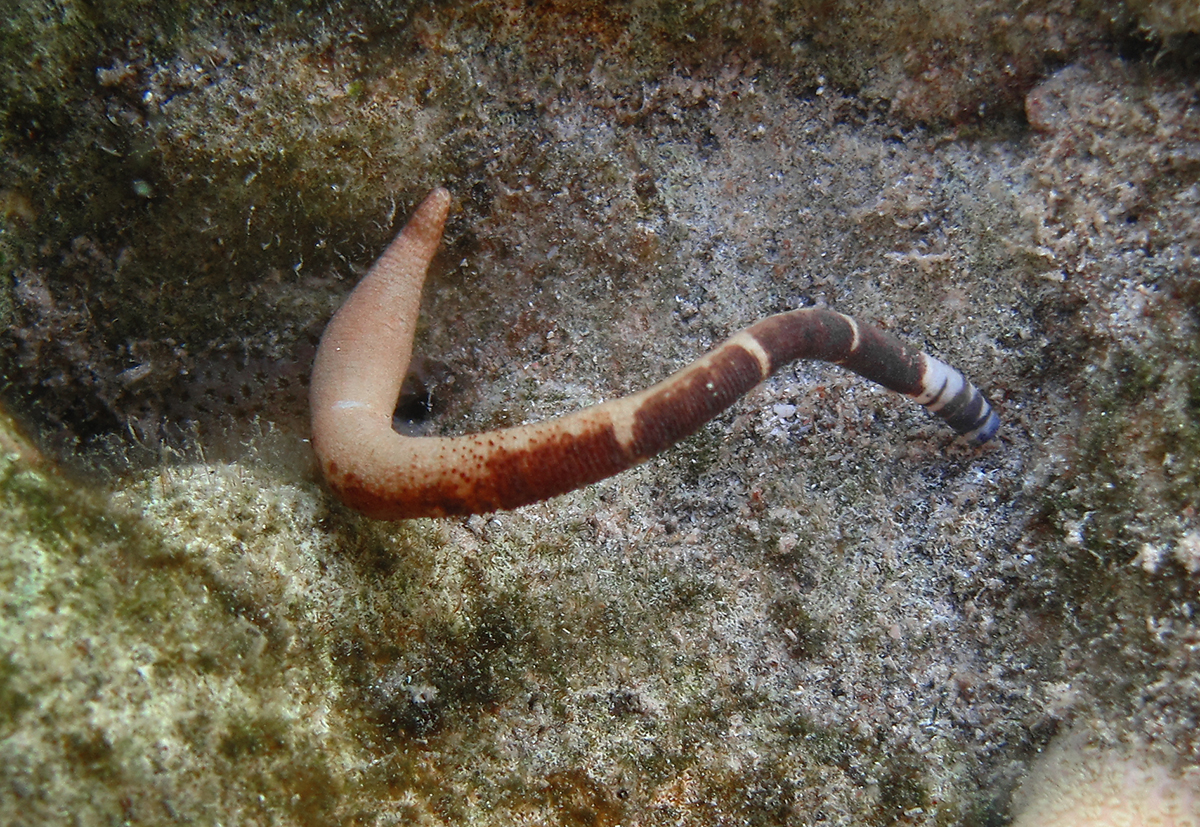
Un siponcle Phascolosoma sp.
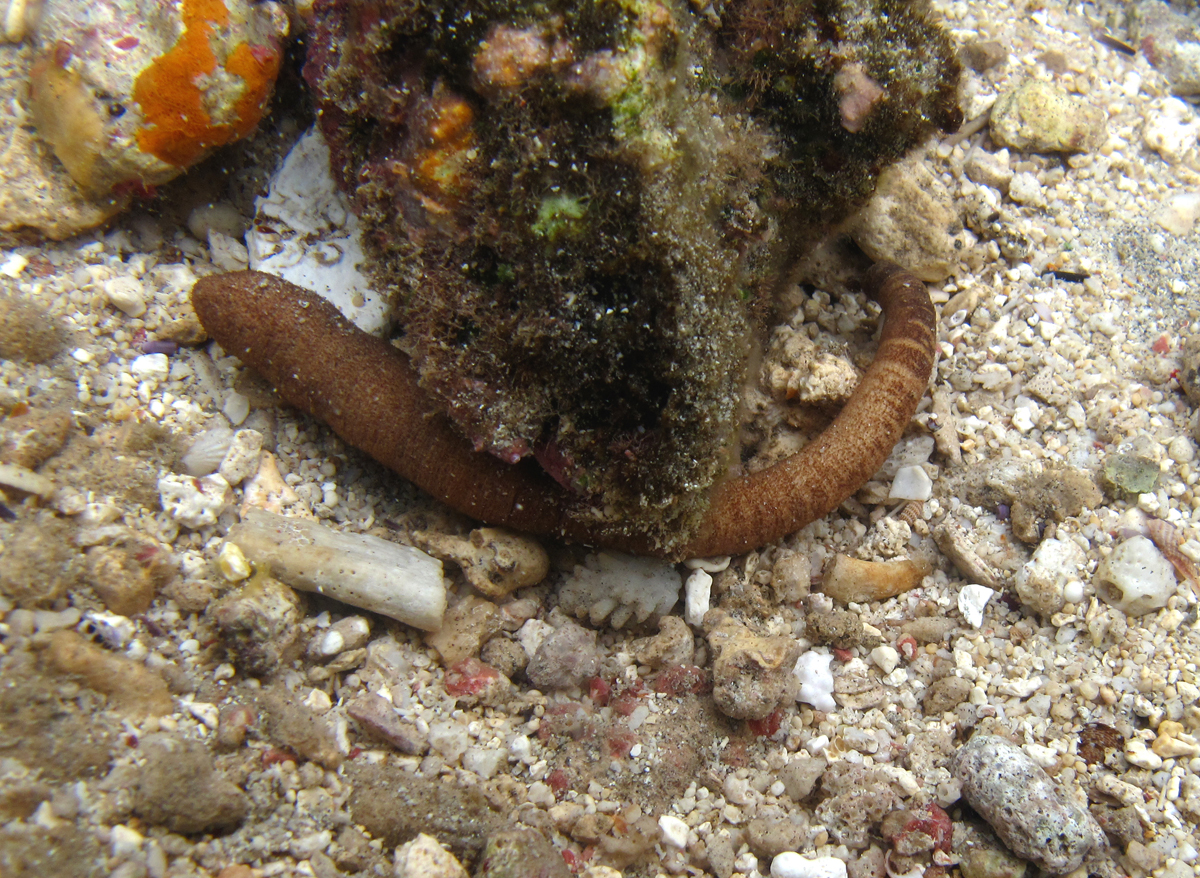
Phascolosoma sp.
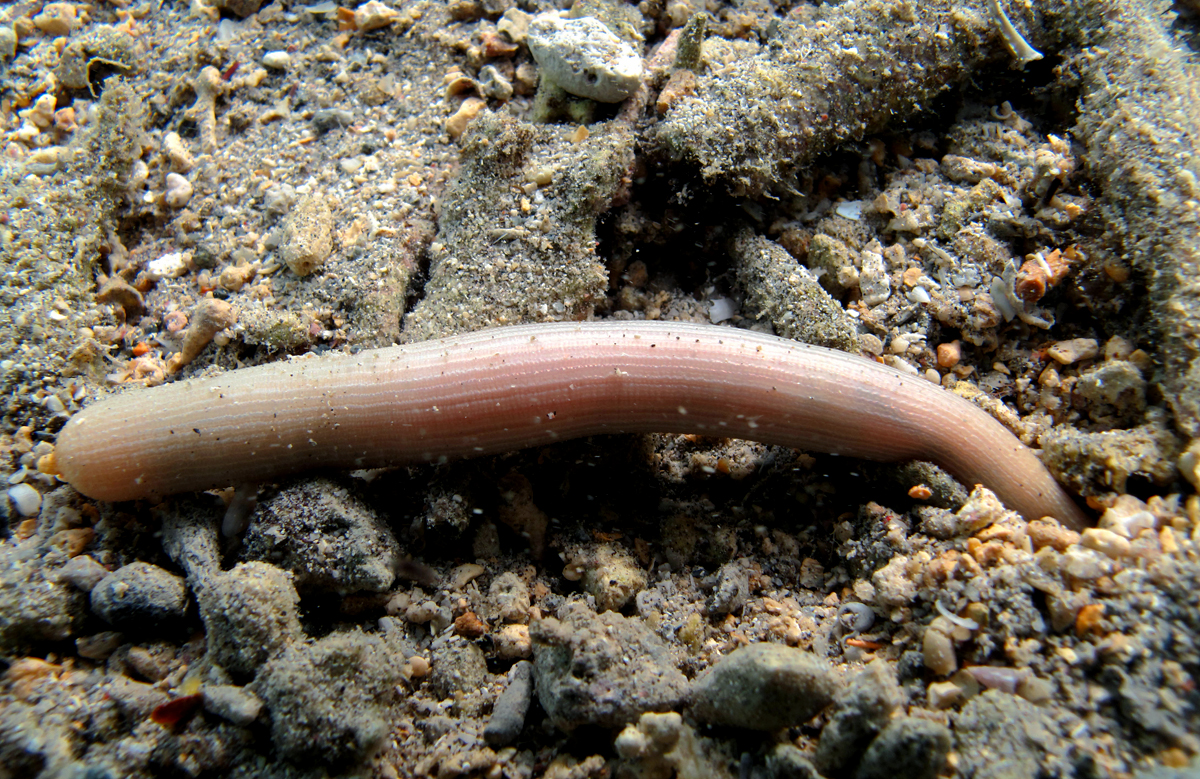
Sipunculus sp.
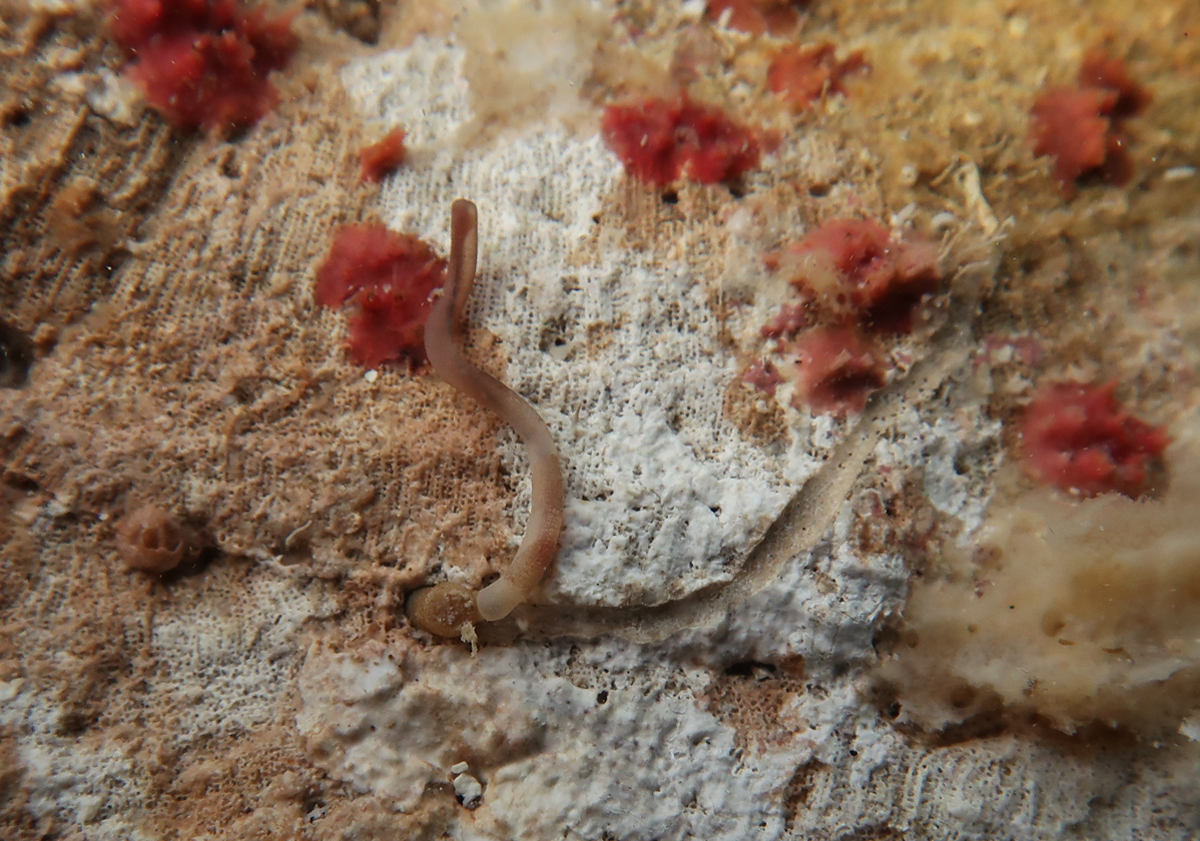
Probiscis d'un siponcle.
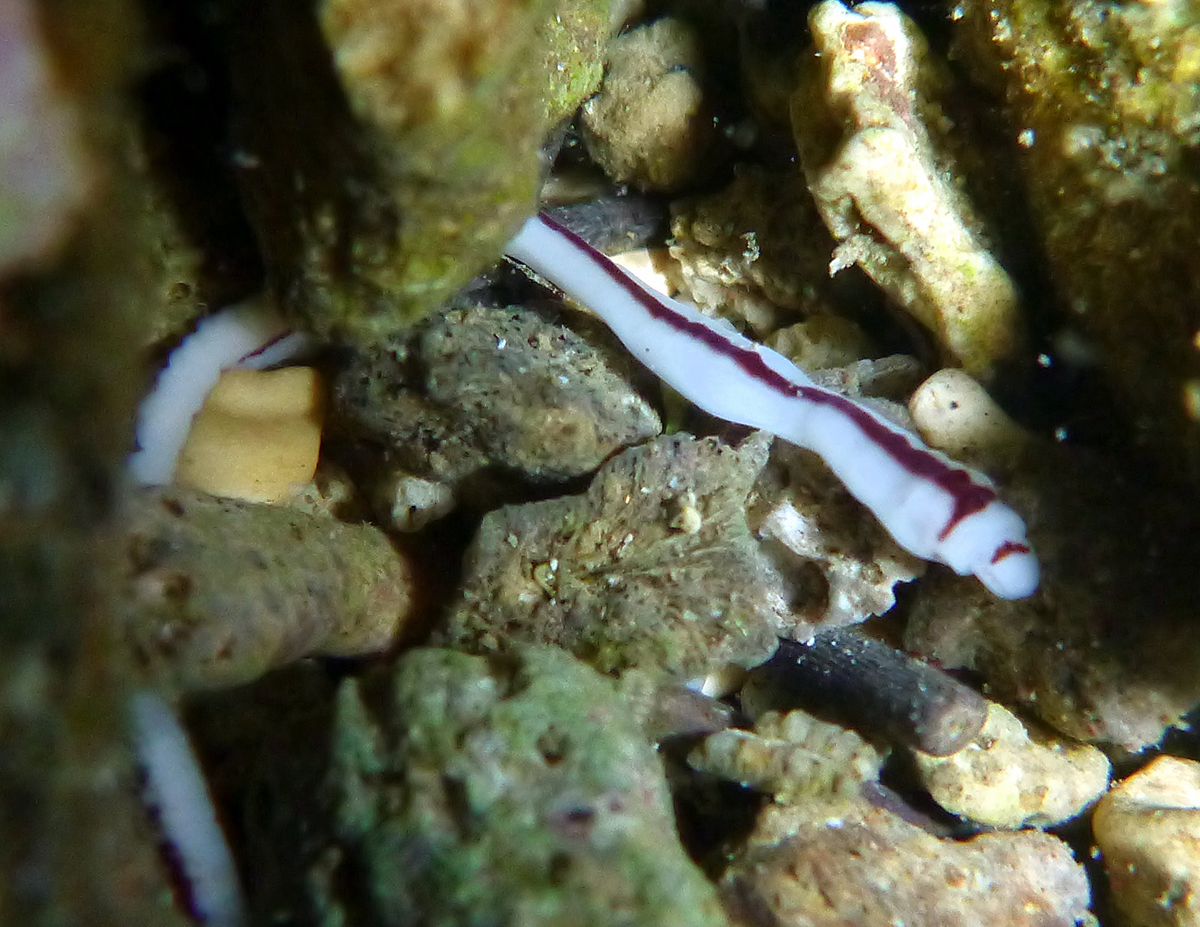
Un ver némerte Baseodiscus hemprichii
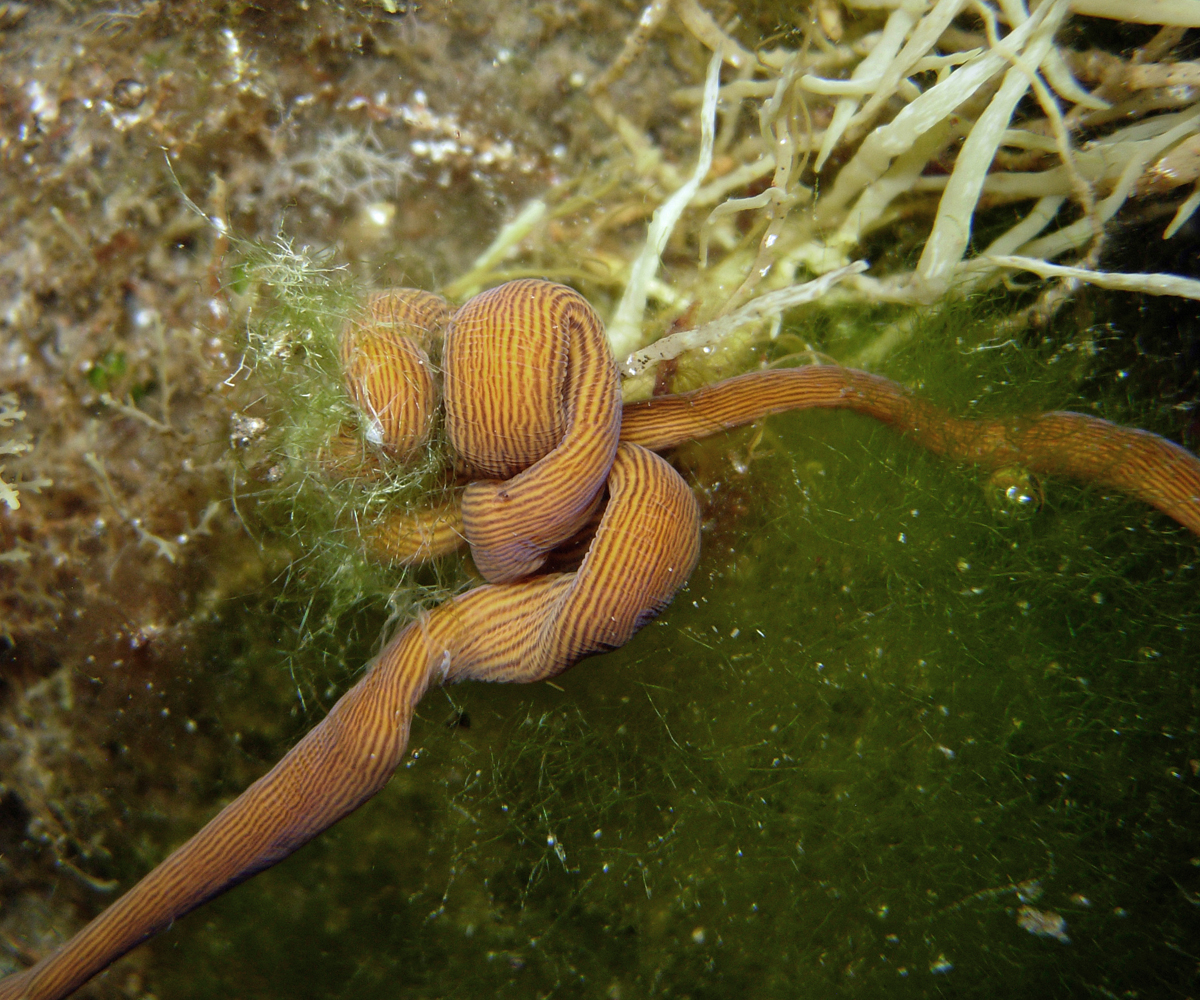
Un ver némerte du complexe Baseodiscus delineatus
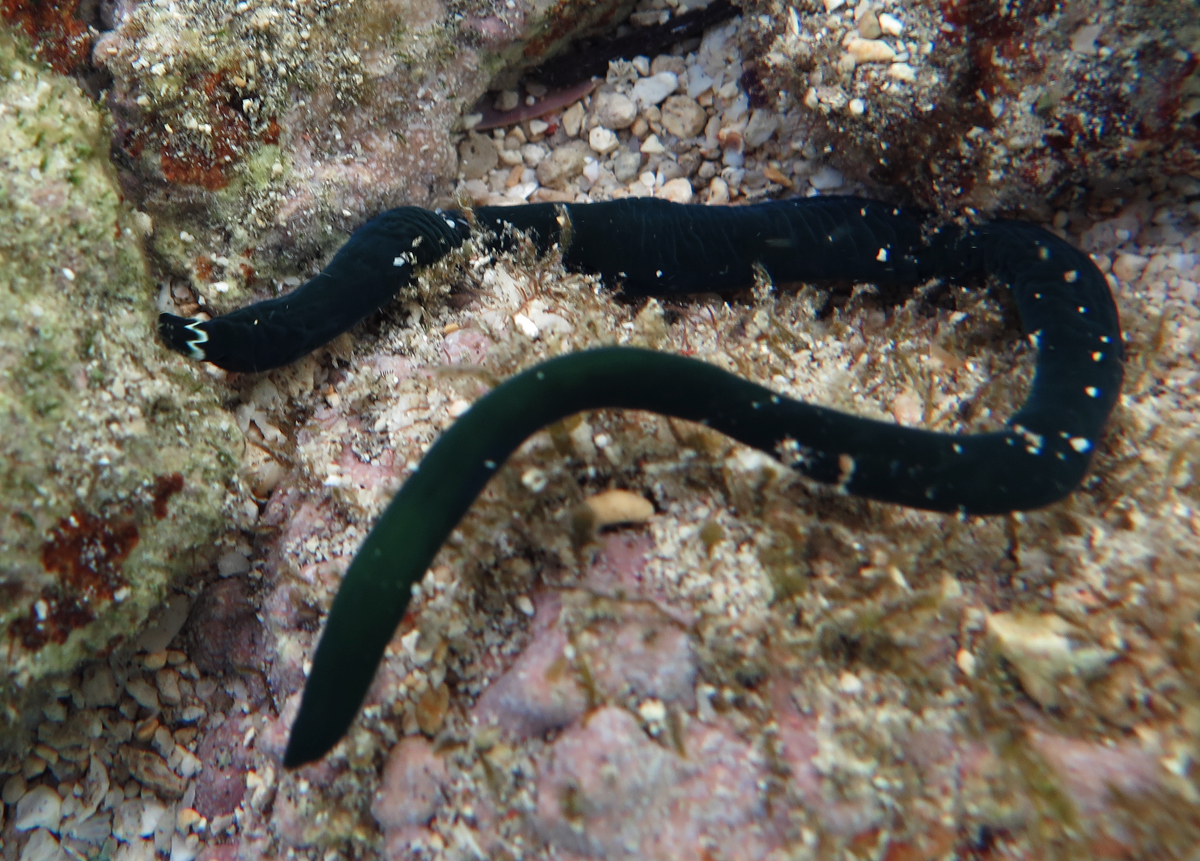
Un ver némerte Notospermus tricuspidatus
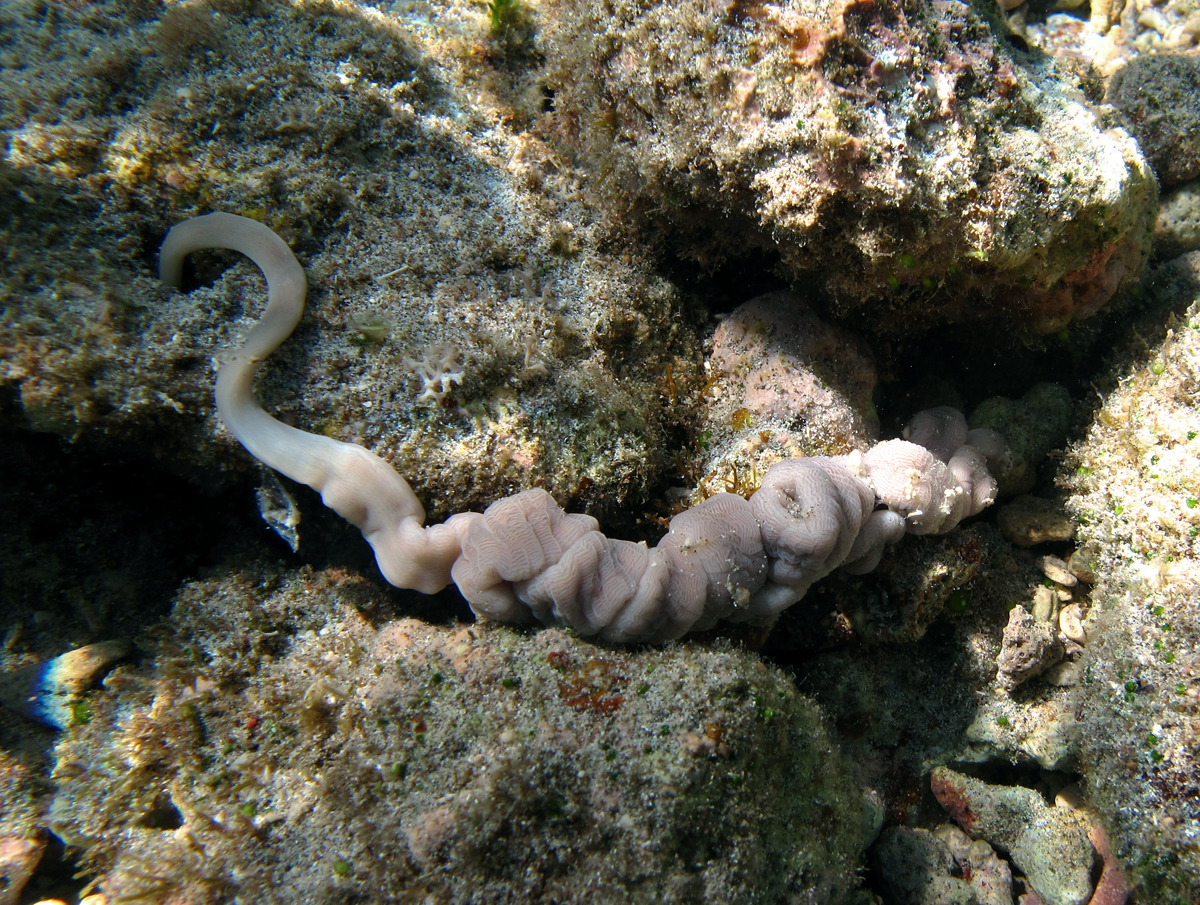
Un ver némerte non identifié
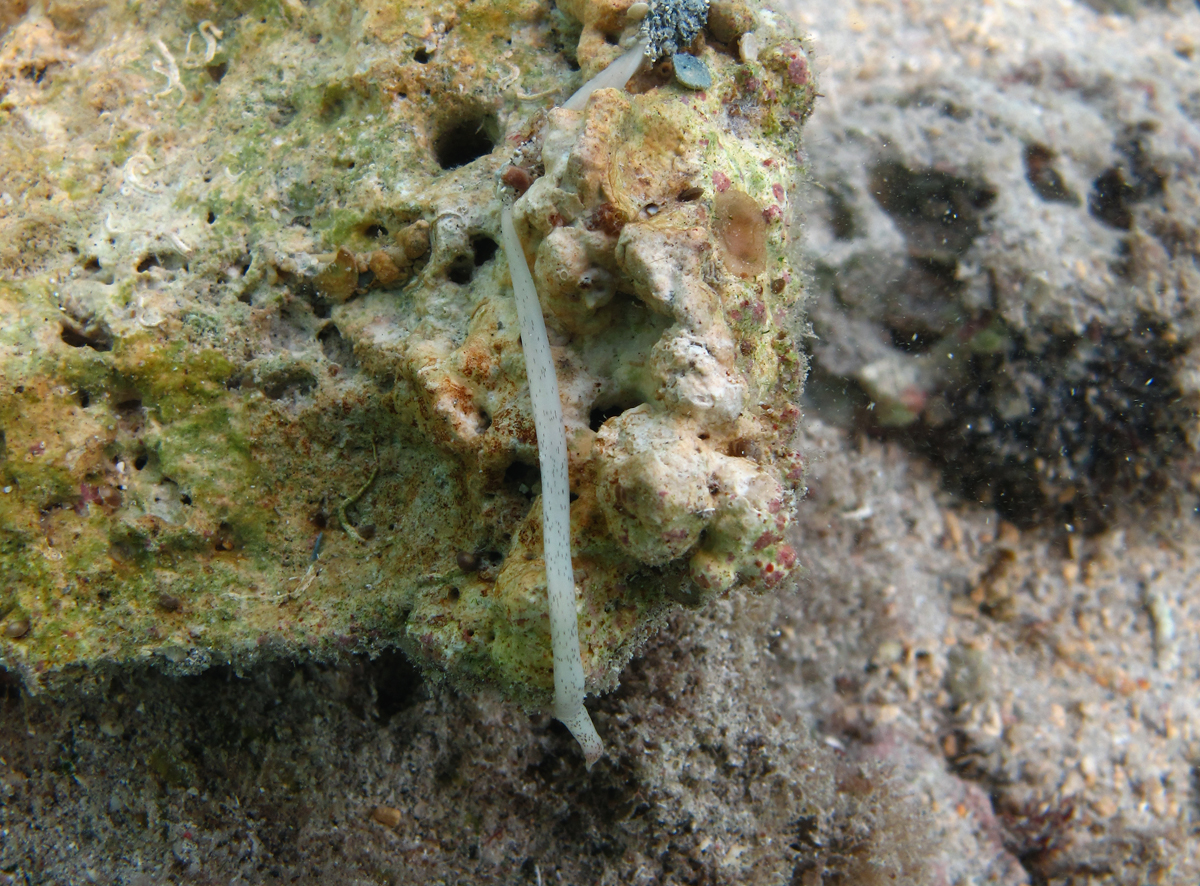
Un ver némerte non identifié
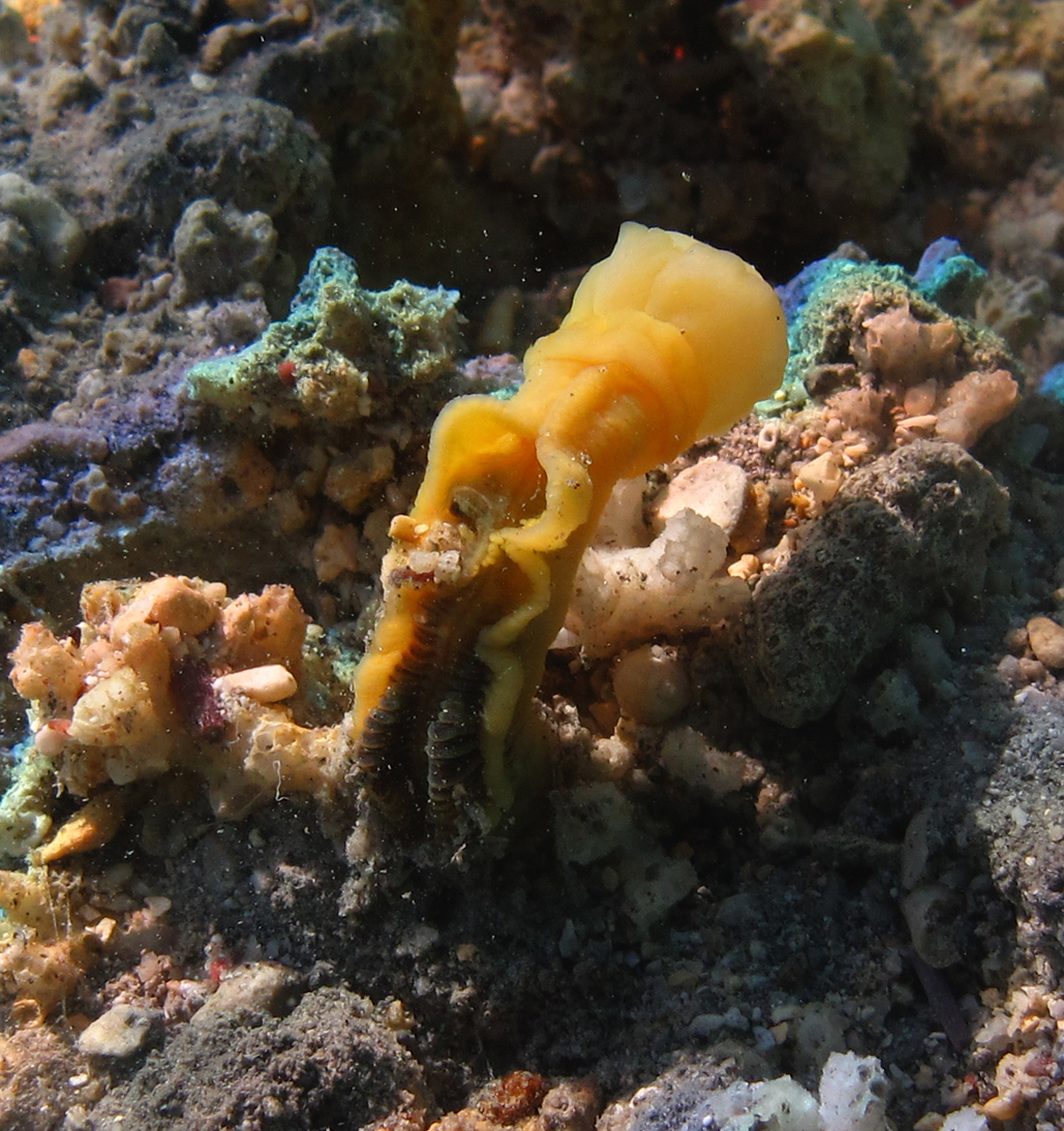
Un ver balanoglosse (balanoglossus, entéropneuste)
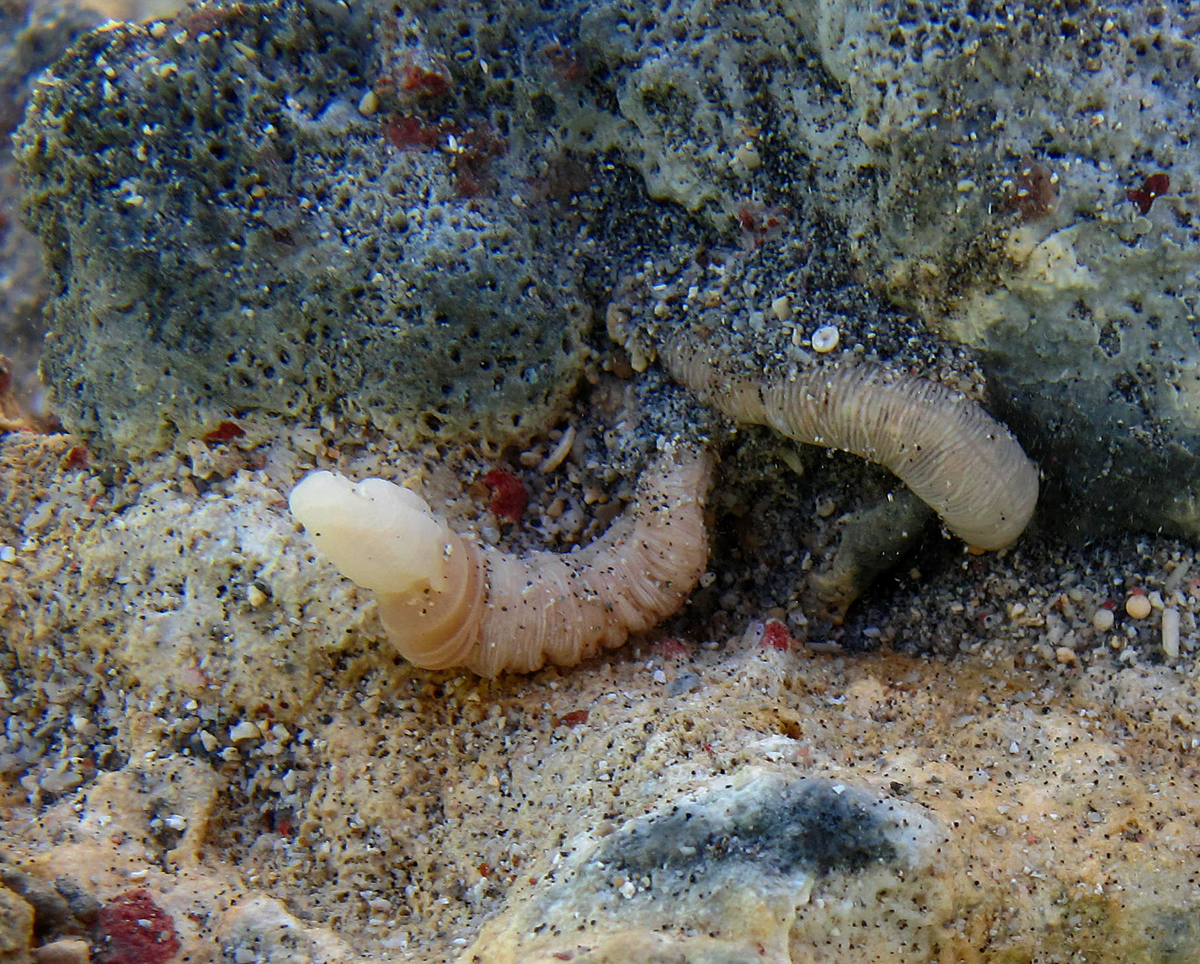
Glossobalanus sp. (entéropneuste)
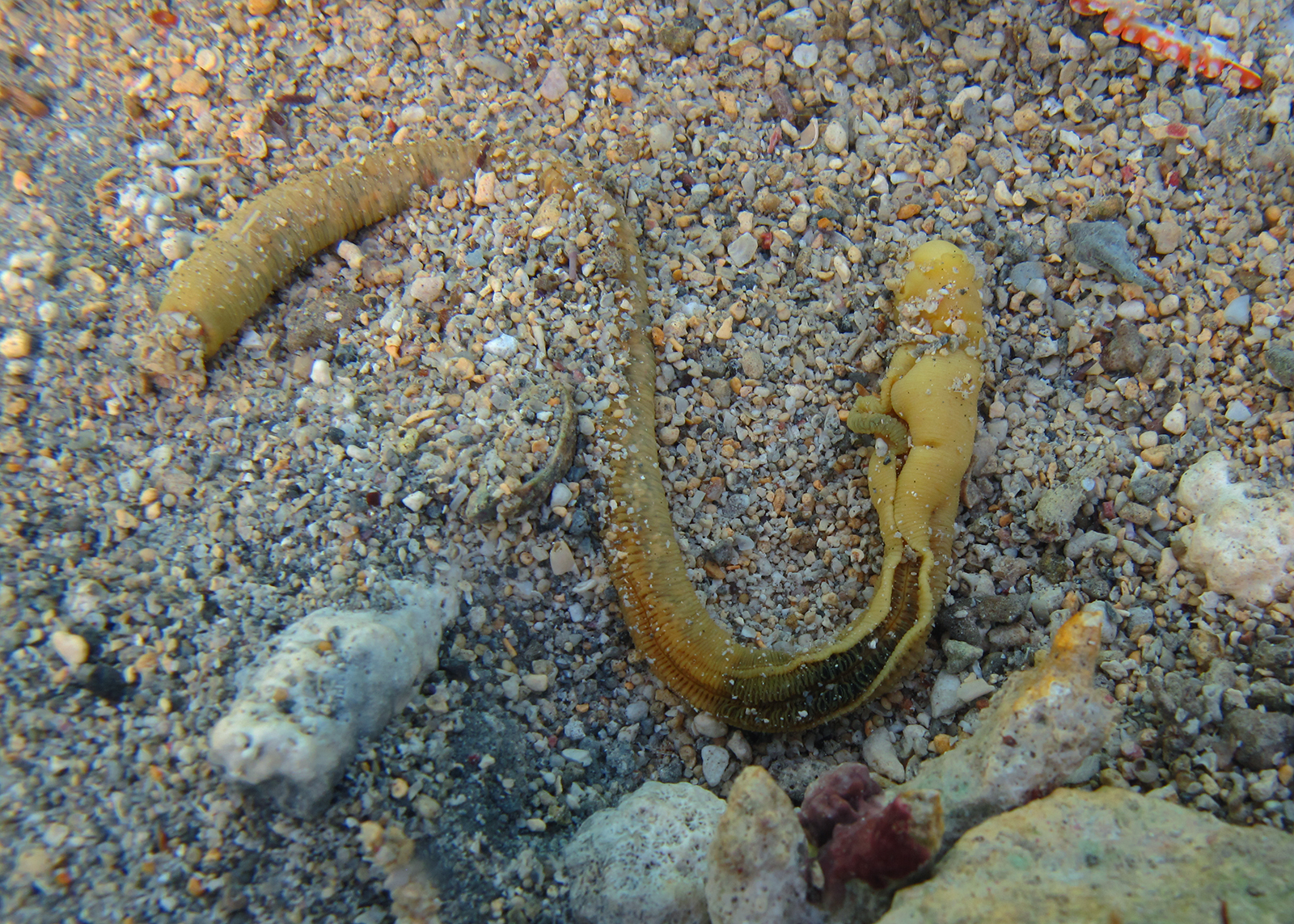
Ptychodera cf. flava
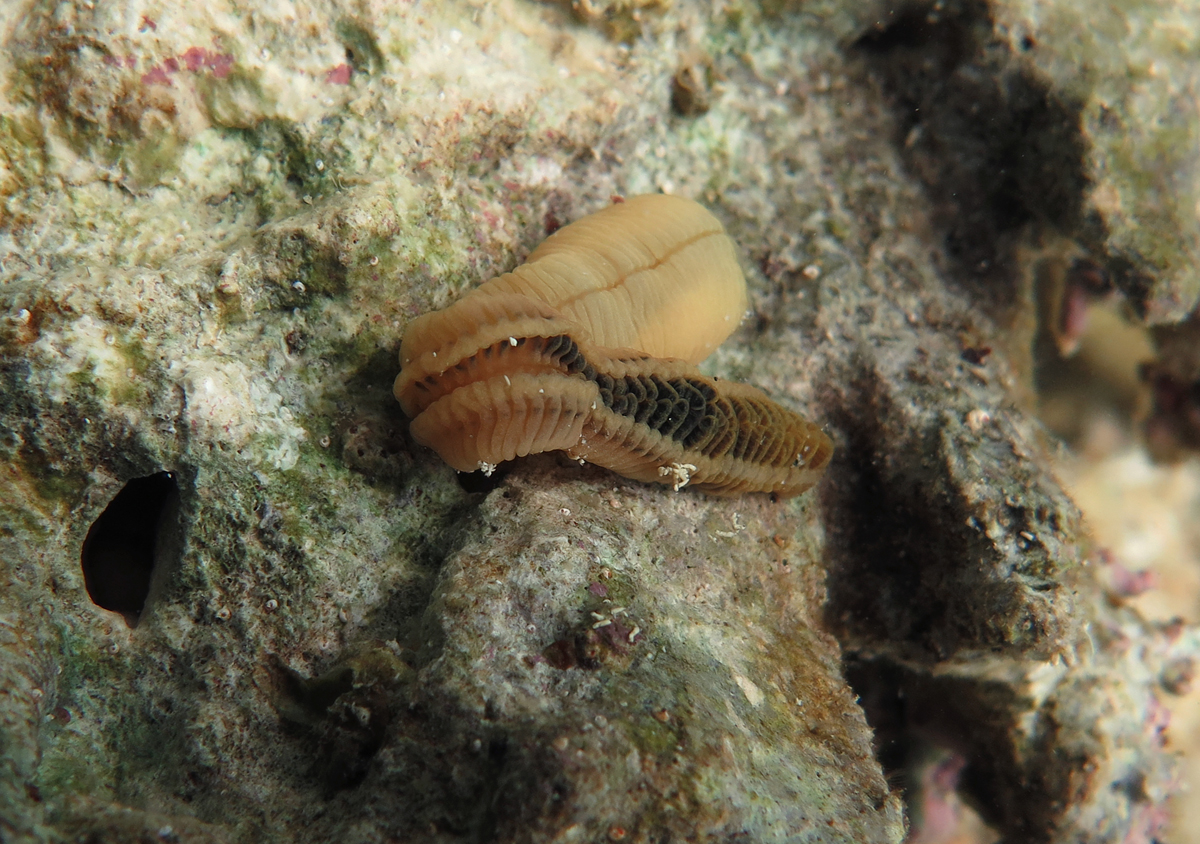
Ver entéropneuste
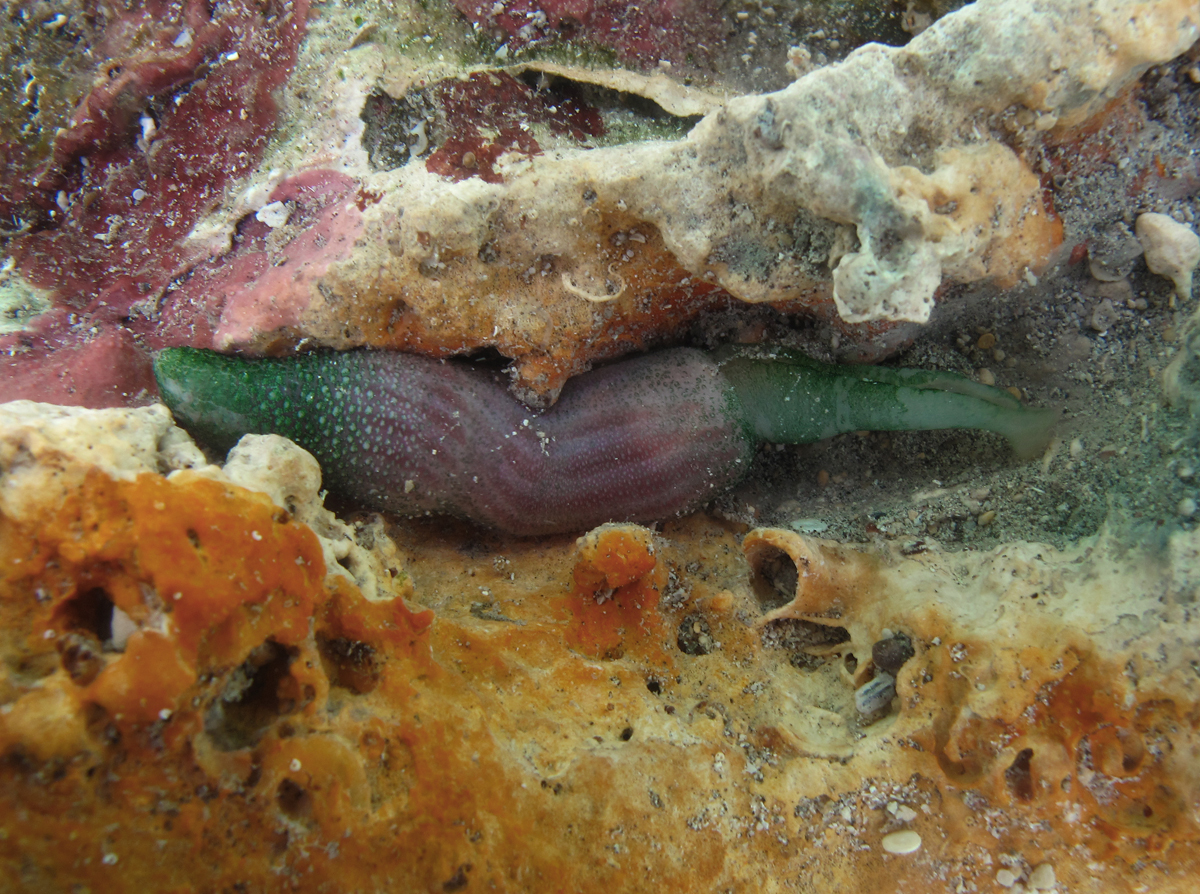
Un ver échiurien Ochetostoma erythrogrammon
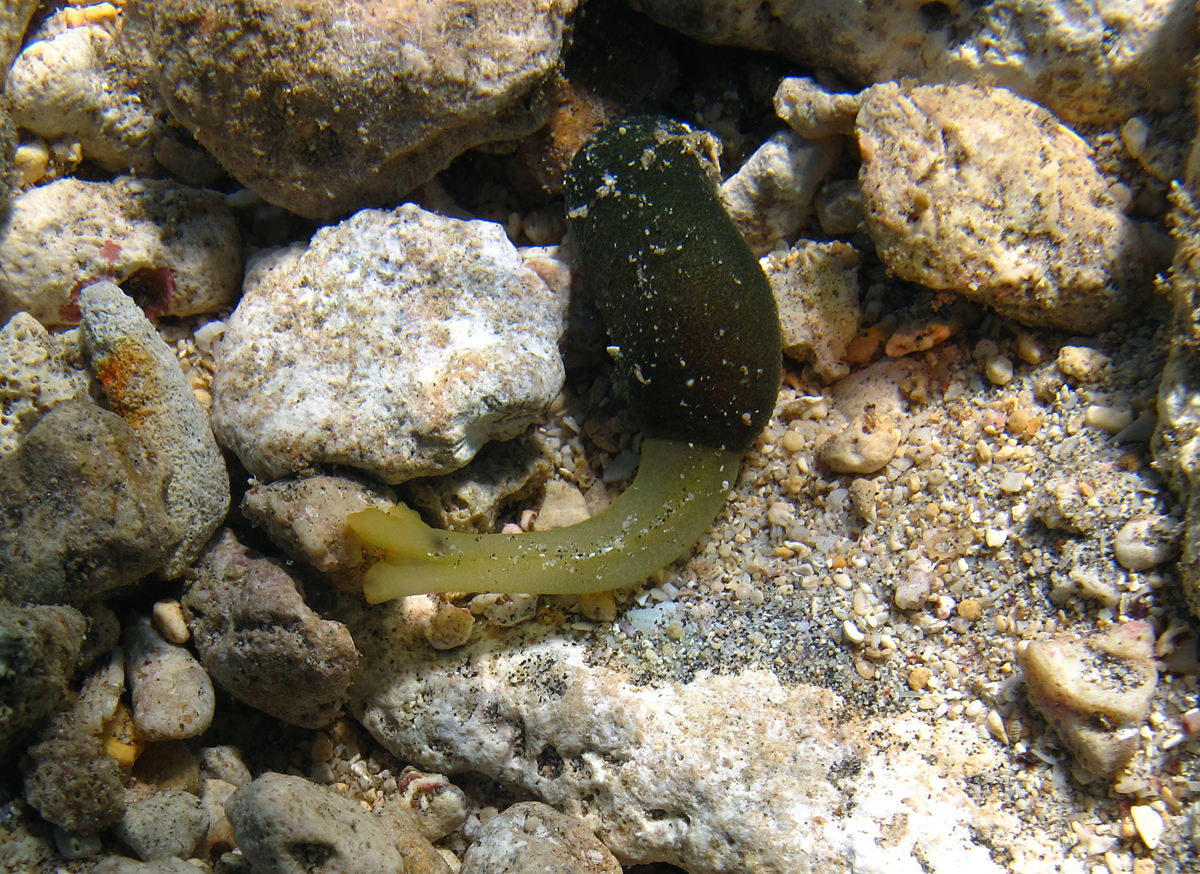
Un ver échiurien de la famille des Bonelliidae
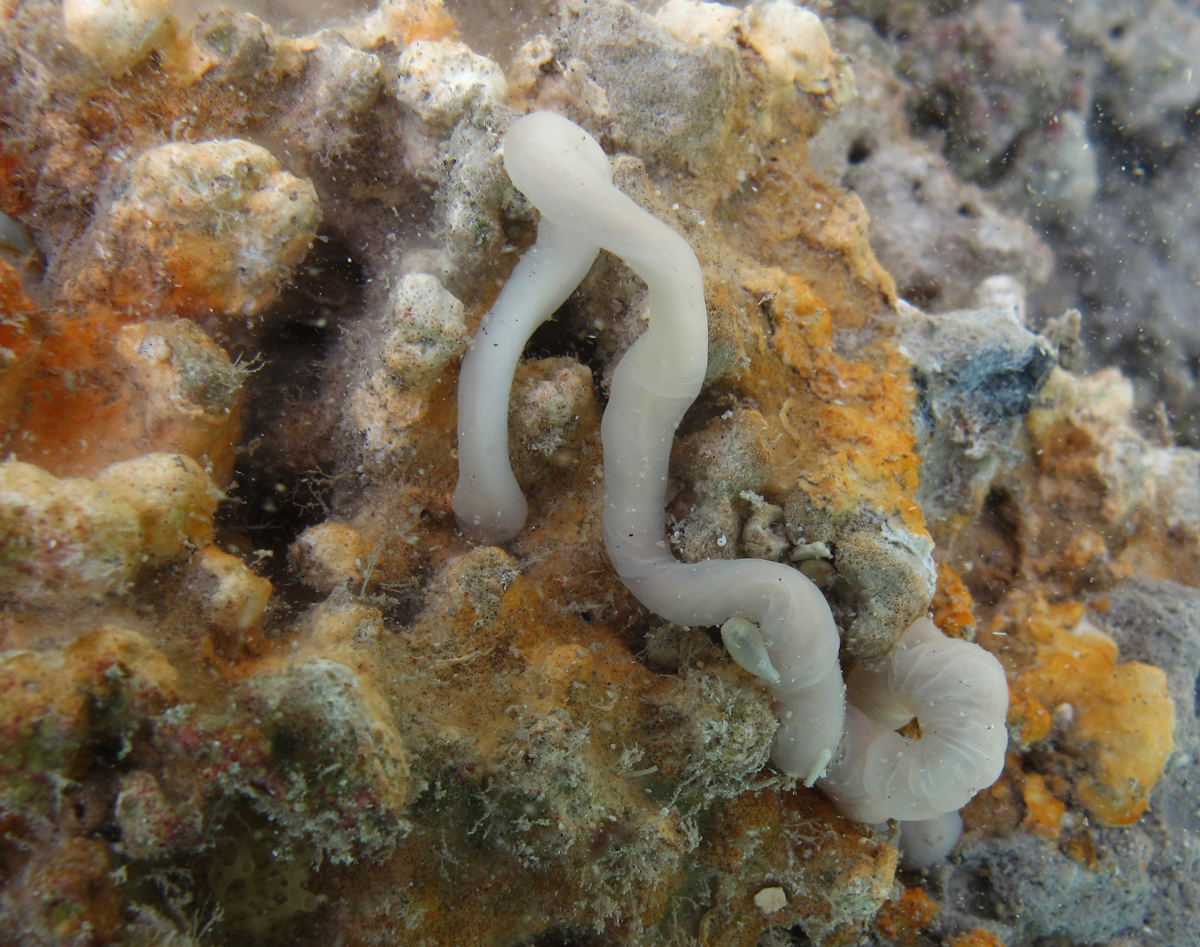
Un ver non identifié (némerte ou proboscis d'un siponcle)
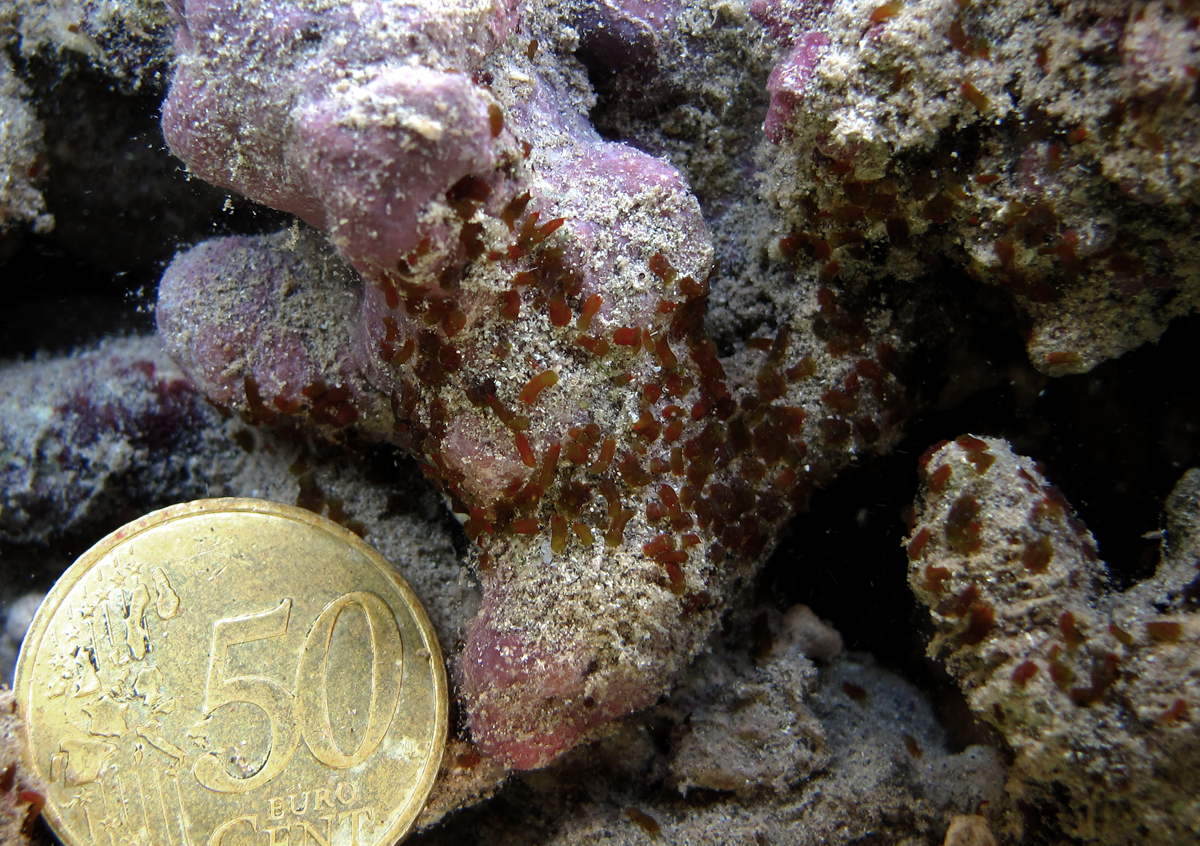
Un groupe de vers acoelomorphes.

## Cnidaires
L’embranchement des cnidaires (du grec « knidê », ortie de mer) regroupe les anémones de mer, les méduses et les coraux. Ils comprennent des formes fixées (corail, anémones de mer), et des formes libres (méduses, siphonophores...). Ils possèdent tous des cellules urticantes, les cnidoblastes (cellules spécialisées comportant un appareil venimeux muni d’une sorte de harpon) à usage défensif ou de prédation. Leur symétrie est radiaire (d’ordre 4 ou 6, ce qui détermine notamment le nombre des tentacules) et se distribue autour d’un orifice central, à la fois bouche et anus. Ils sont tous carnivores. Les coraux chassent le zooplancton la nuit en utilisant leurs cnidoblastes, les anémones et les méduses capturent de petits animaux (des poissons, des crustacés, des vers, etc.) en pleine eau au moyen de leurs filaments.
À l’échelle mondiale, les coraux, qui représentent moins de 0,15 % de la surface des océans, abritent cependant plus du quart de la biodiversité marine. À La Réunion ils sont dominés par une espèce branchue du genre Acropora, mais n’en sont pas moins représentés par plusieurs dizaines de genres. Dans l’archipel des Mascareignes, où se trouve La Réunion, on trouve en tout 53 genres et 189 espèces de scléractiniaires. Les méduses et les anémones de mer sont beaucoup moins nombreuses dans les lagons.

### Coraux
Les coraux sont des scléractiniaires caractérisés par un squelette calcaire protégeant un polype. Ils comprennent des espèces coloniales et des espèces solitaires. Les espèces coloniales, constructrices des récifs, vivent en symbiose avec des algues unicellulaires (« zooxanthelles ») qui assurent par photosynthèse une grande partie de la nourriture des polypes hôtes et leur fournissent de l’oxygène. Ce pourquoi la vie des coraux est dépendante de la lumière : ils ne peuvent pas vivre au-delà de 50 m de profondeur, sauf pour les espèces ne dépendant pas de ces algues. Les algues photosynthétiques donnent aussi leurs couleurs aux coraux : le Blanchissement des coraux provient de leur expulsion, qui peut être due à une augmentation de la température de l’eau ou à la pollution, le recouvrement par des sédiments terrigènes, etc. Si les zooxanthelles ne peuvent pas revenir dans les coraux assez rapidement, ils meurent. 

Sauf pour certaines espèces bien caractéristiques, la détermination des coraux in situ ou d'après photo est assez hasardeuse dans la mesure où seuls un examen microscopique des squelettes calcaires des polypes, ou une analyse ADN permettent de discriminer certaines espèces d'aspect semblable.

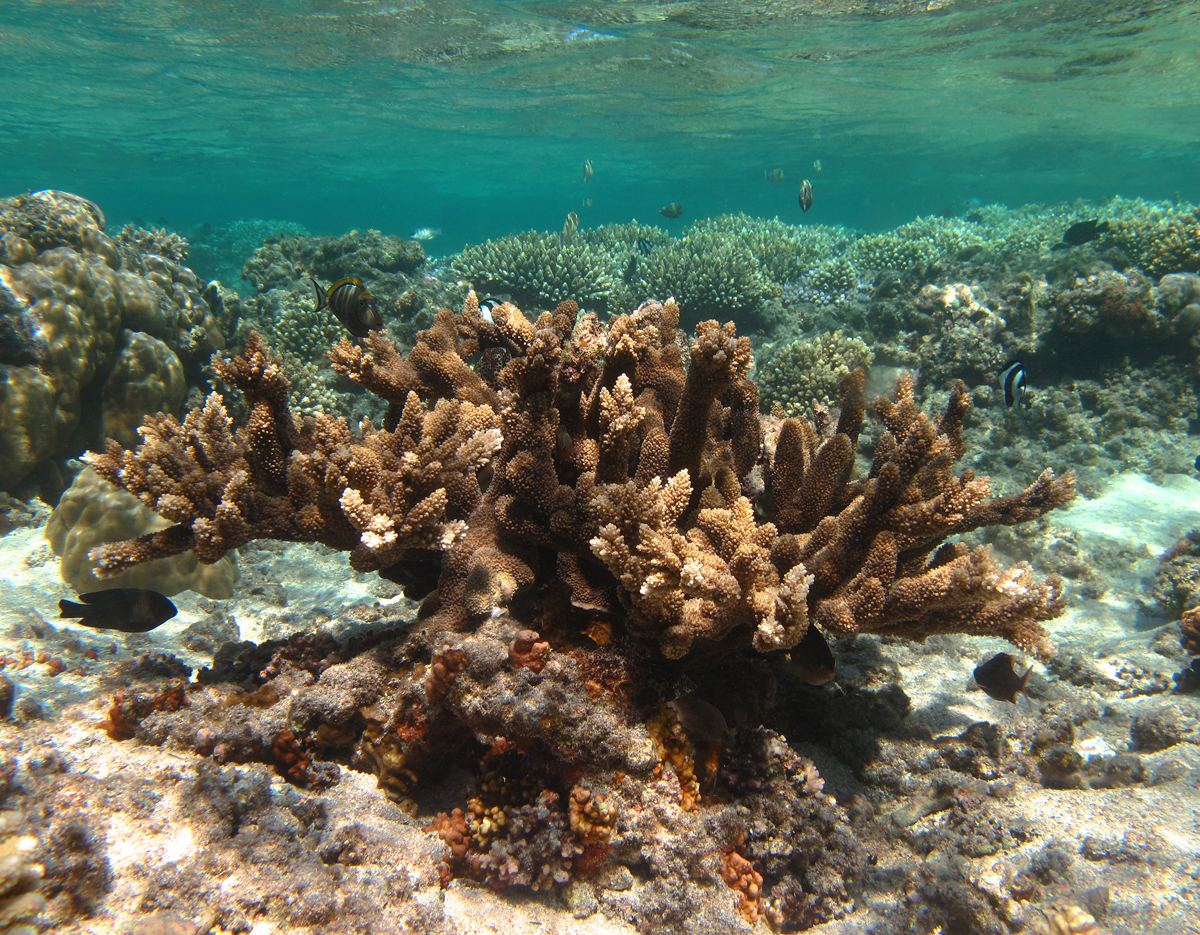
Acropora austera?
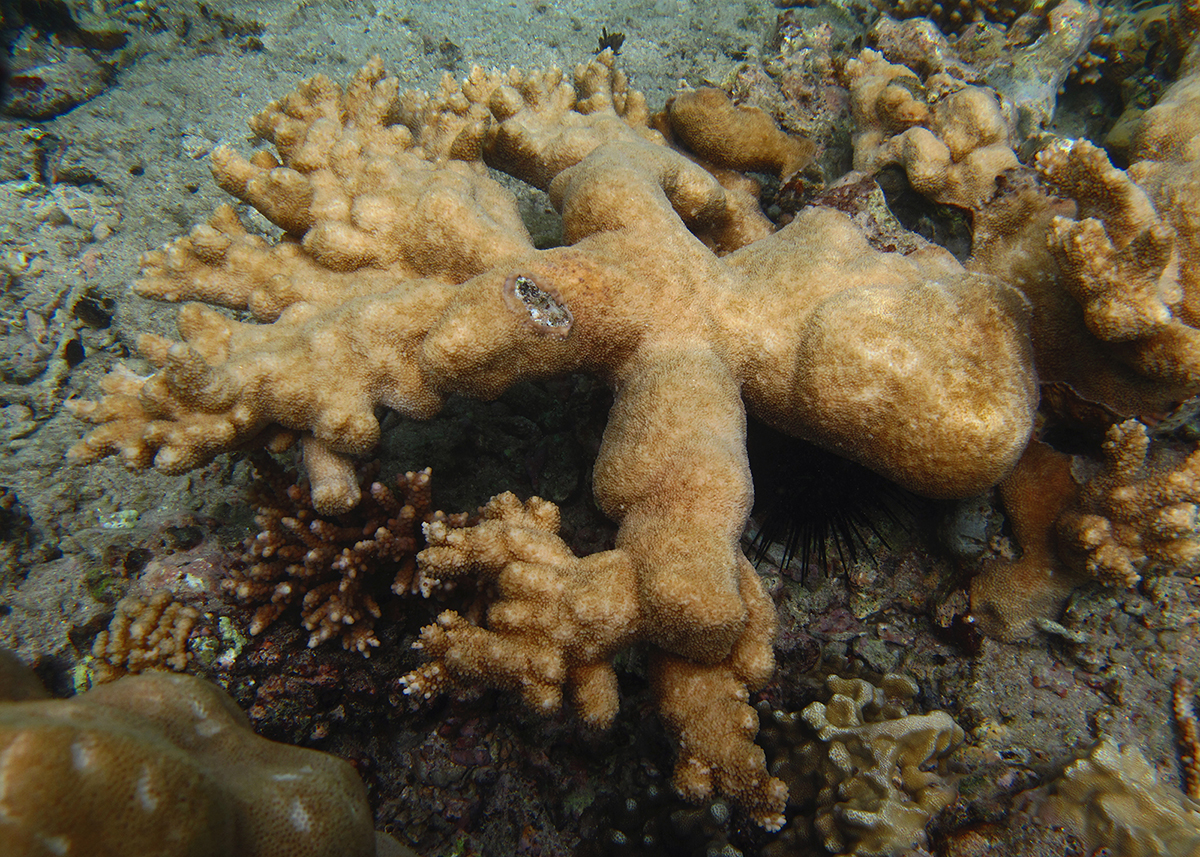
Acropora abrotanoides
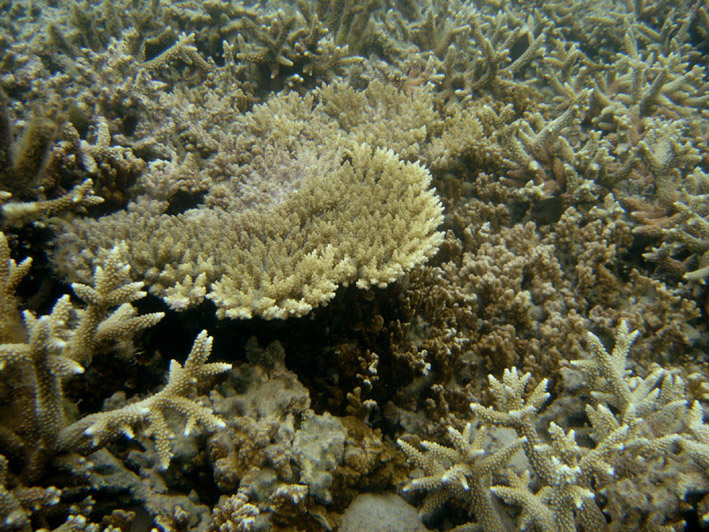
Acropora cytherea?
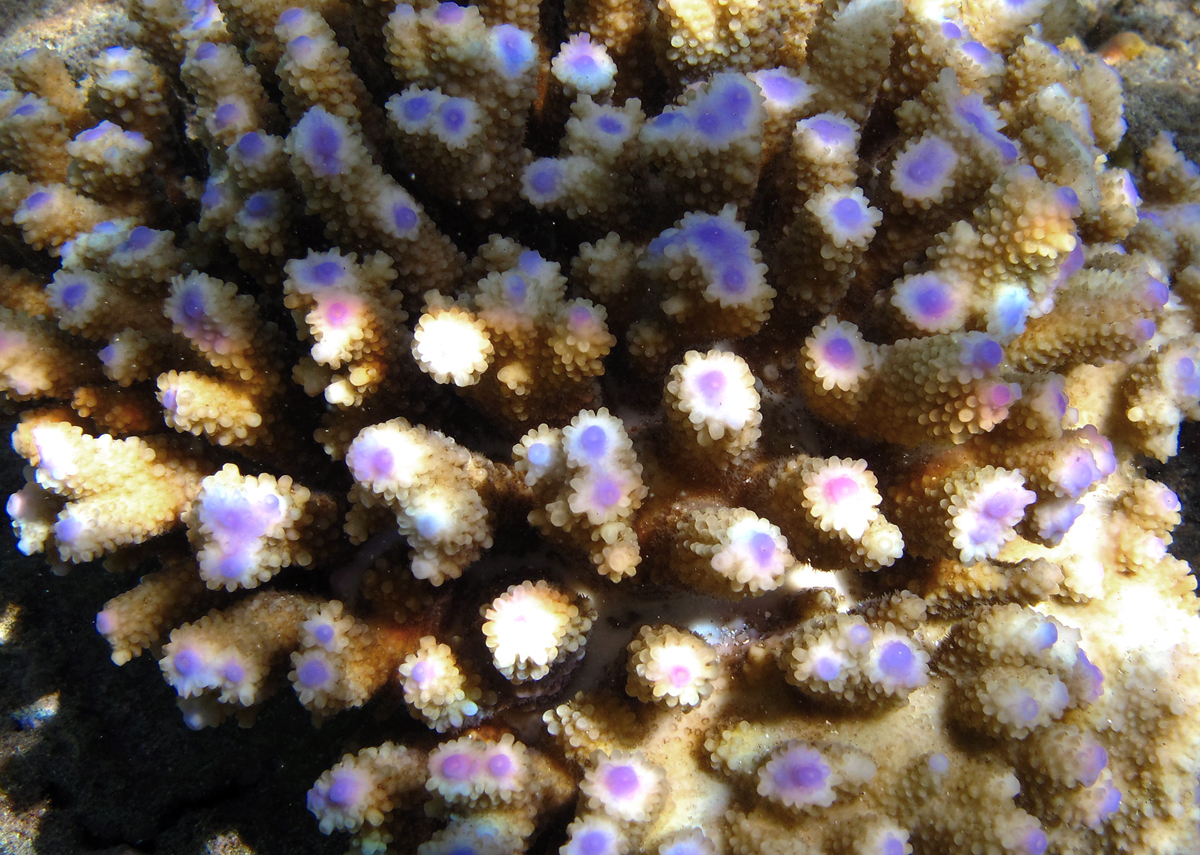
Corail digitiforme (Acropora digitifera)?
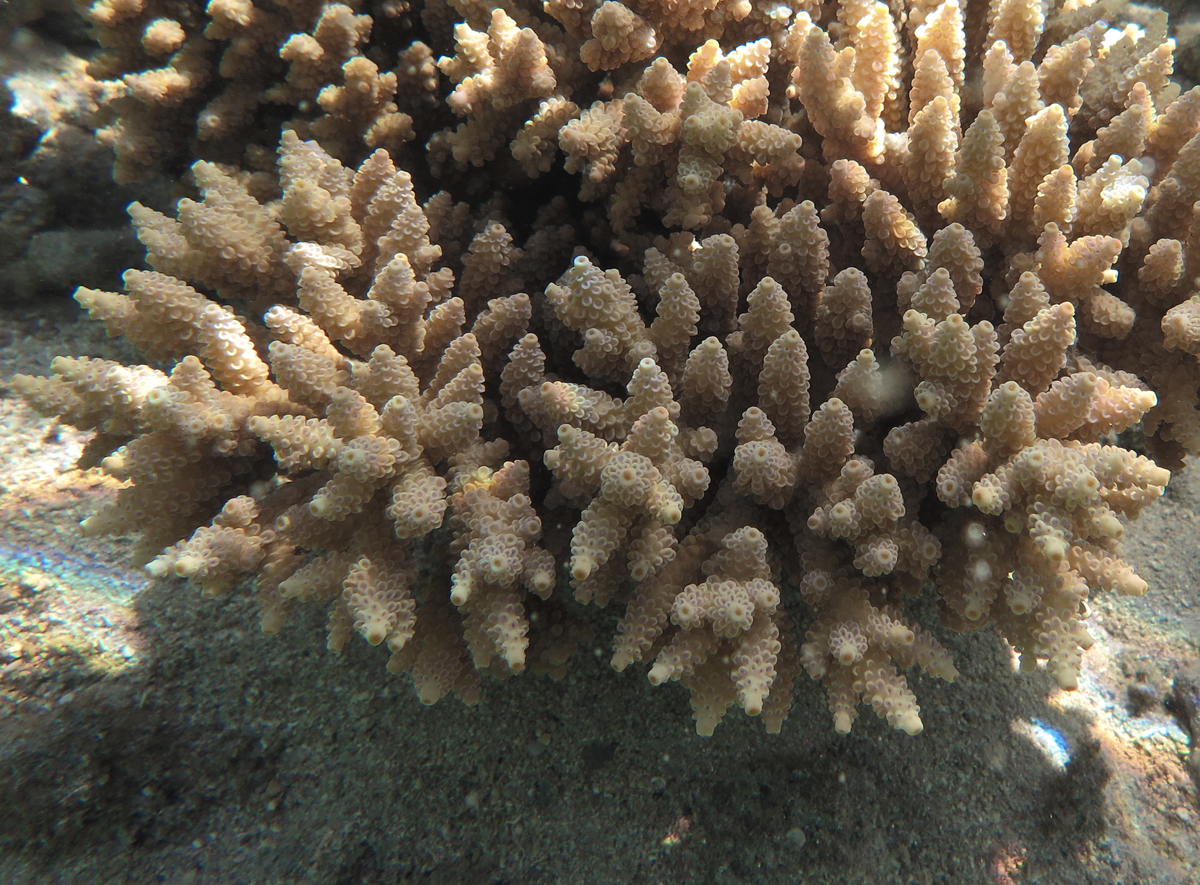
Corail digité (Acropora gemmifera)
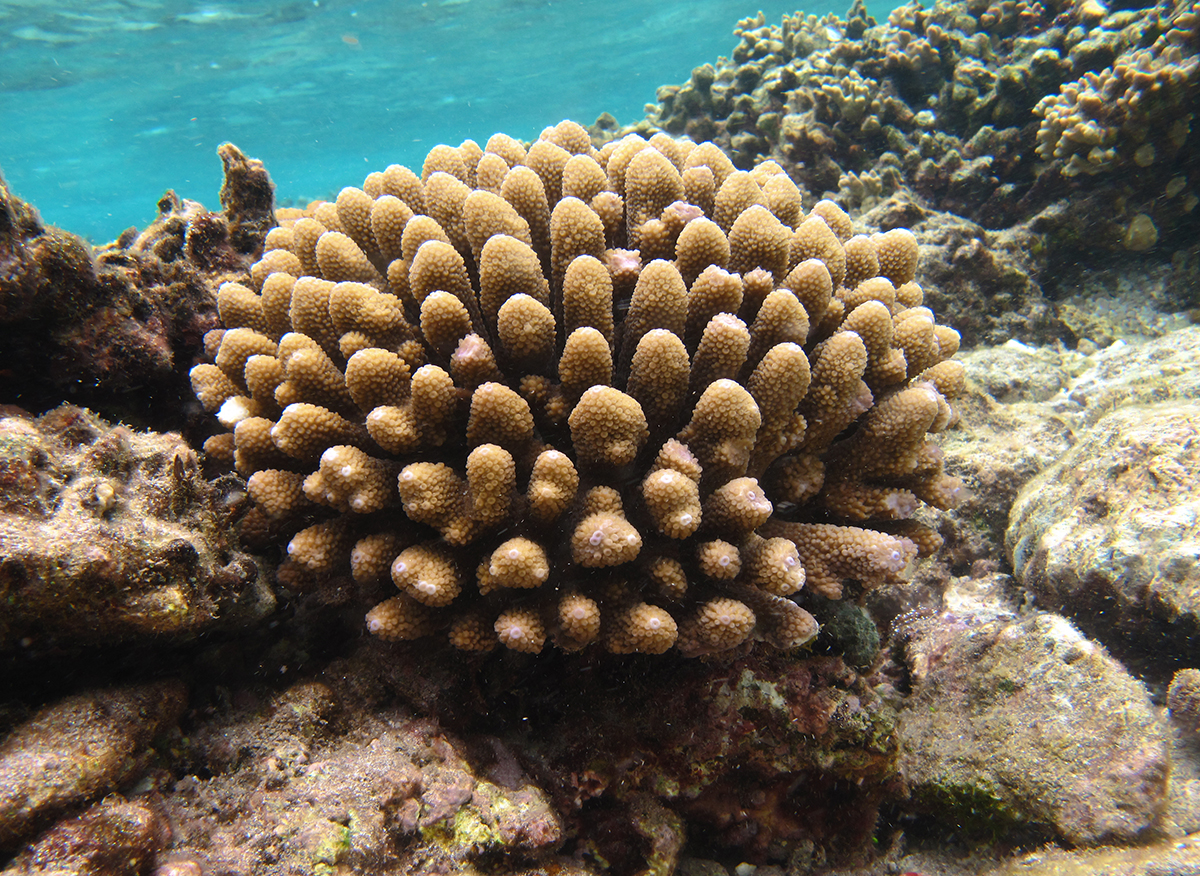
Corail vinaigrier (Acropora humilis)
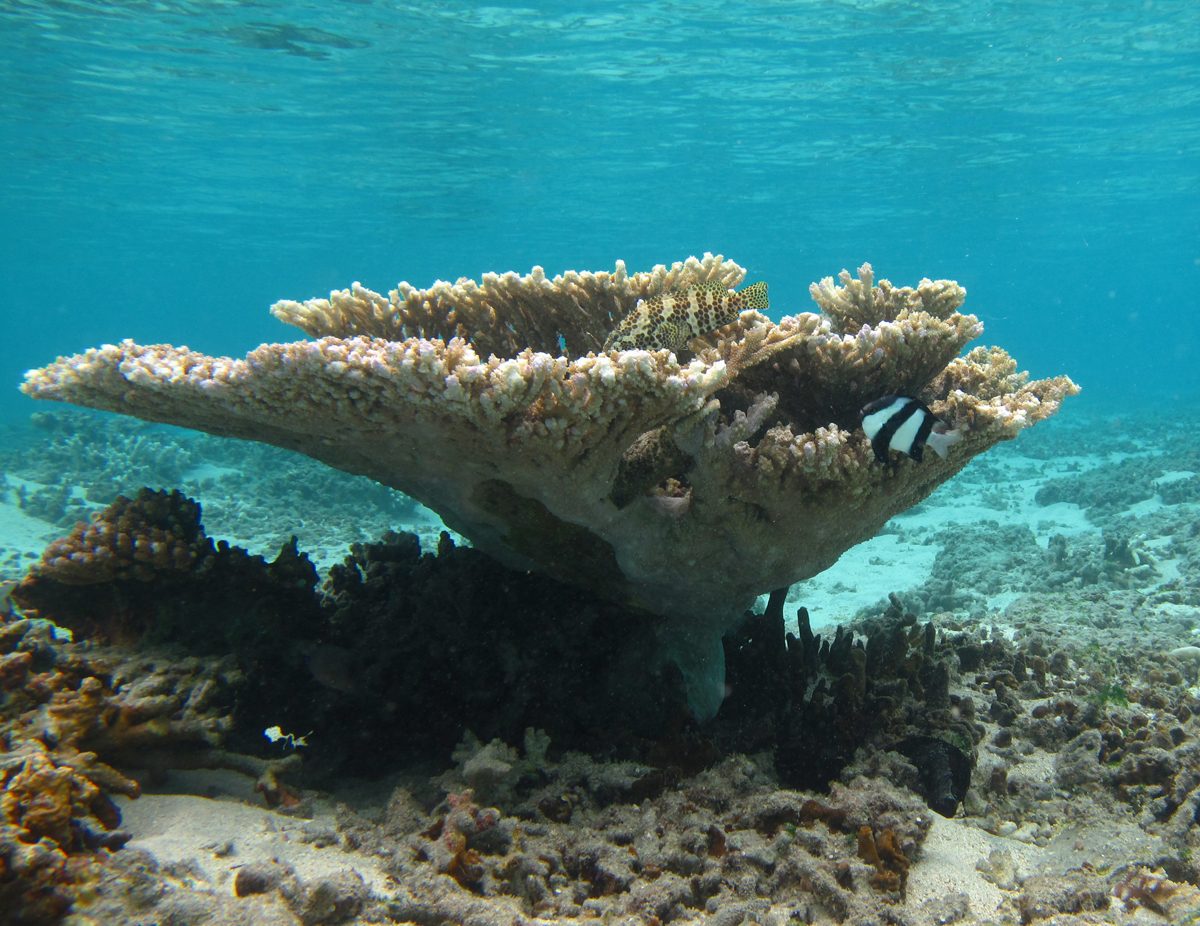
Corail tabulaire (Acropora hyacinthus)?
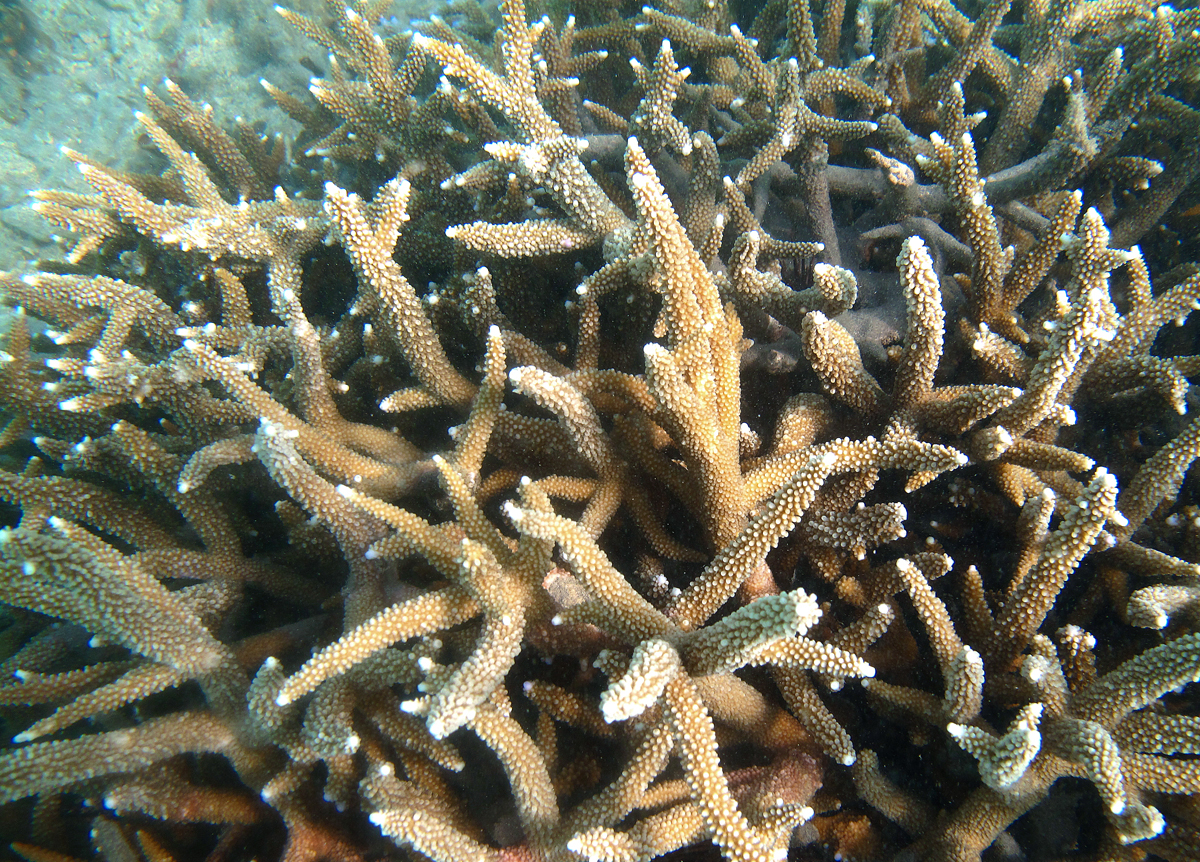
Corail arborescent (Acropora muricata)
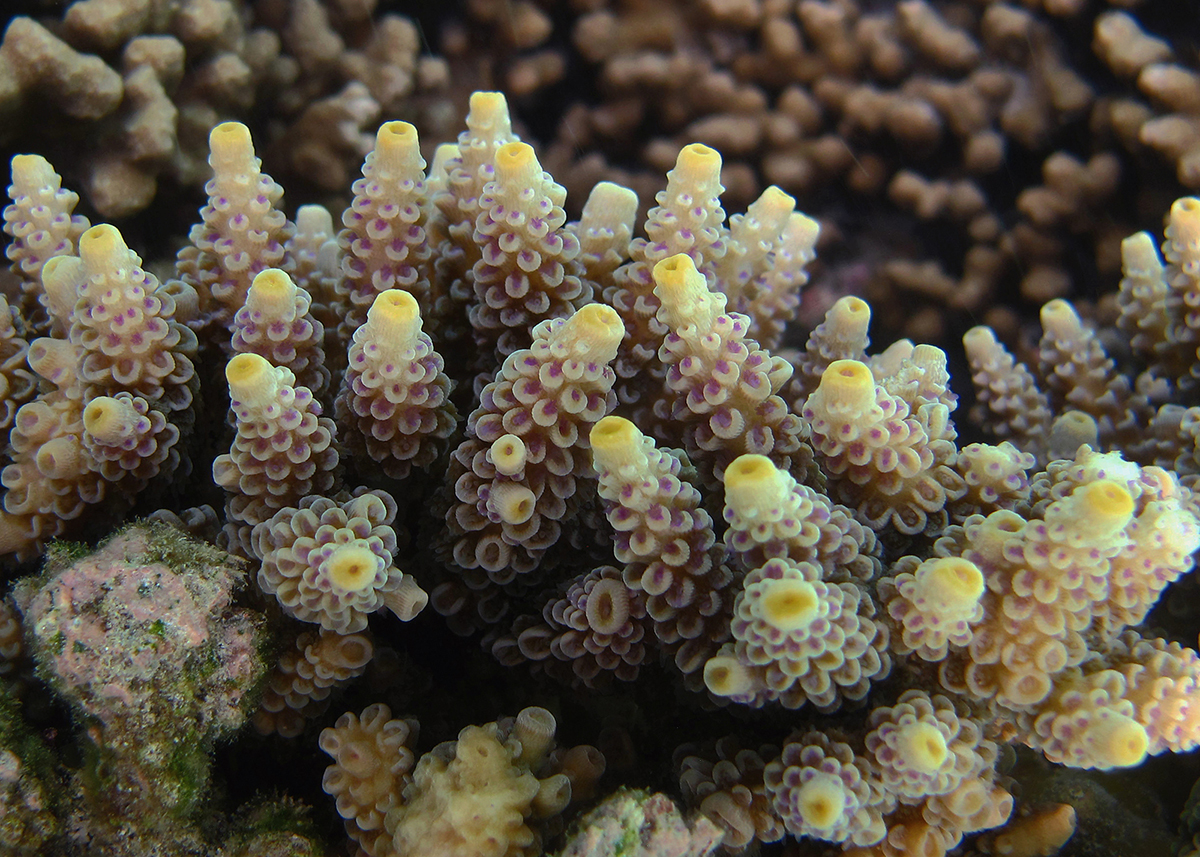
Acropora tenuis
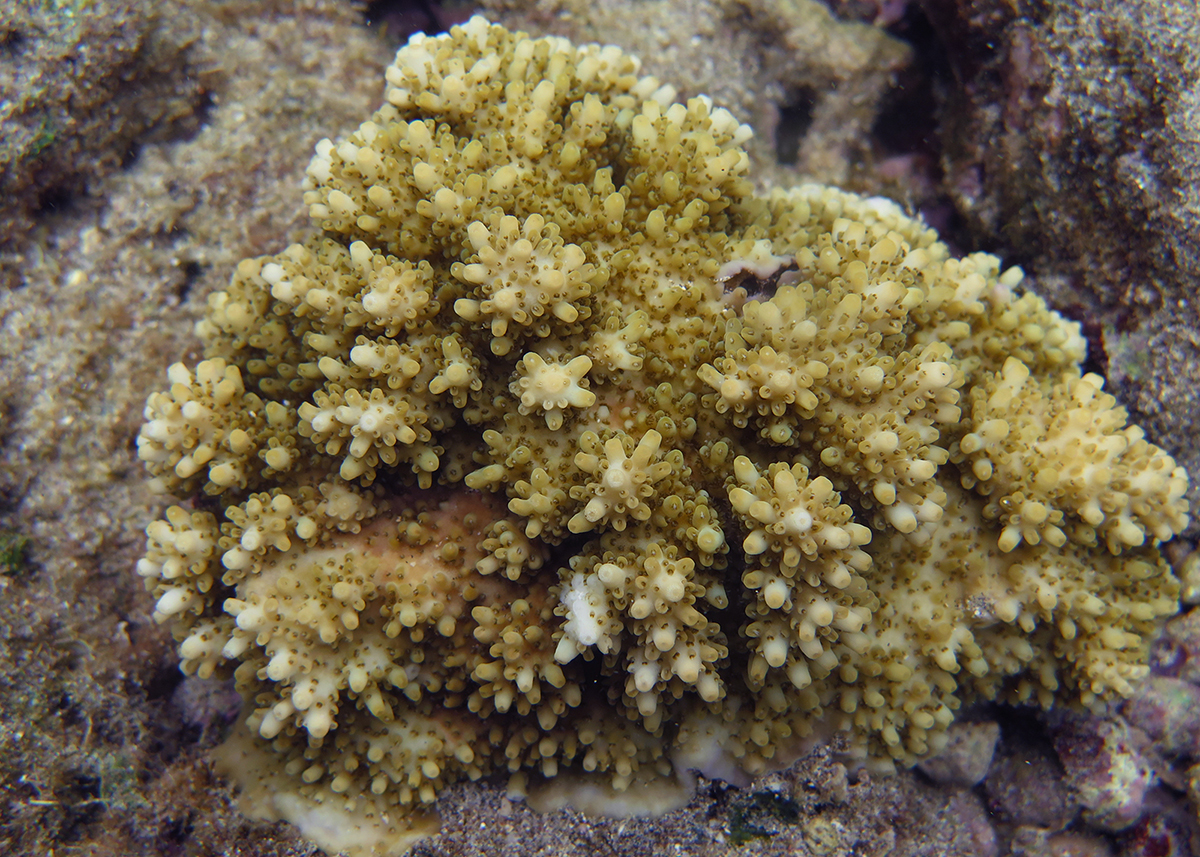
Acropora variabilis?
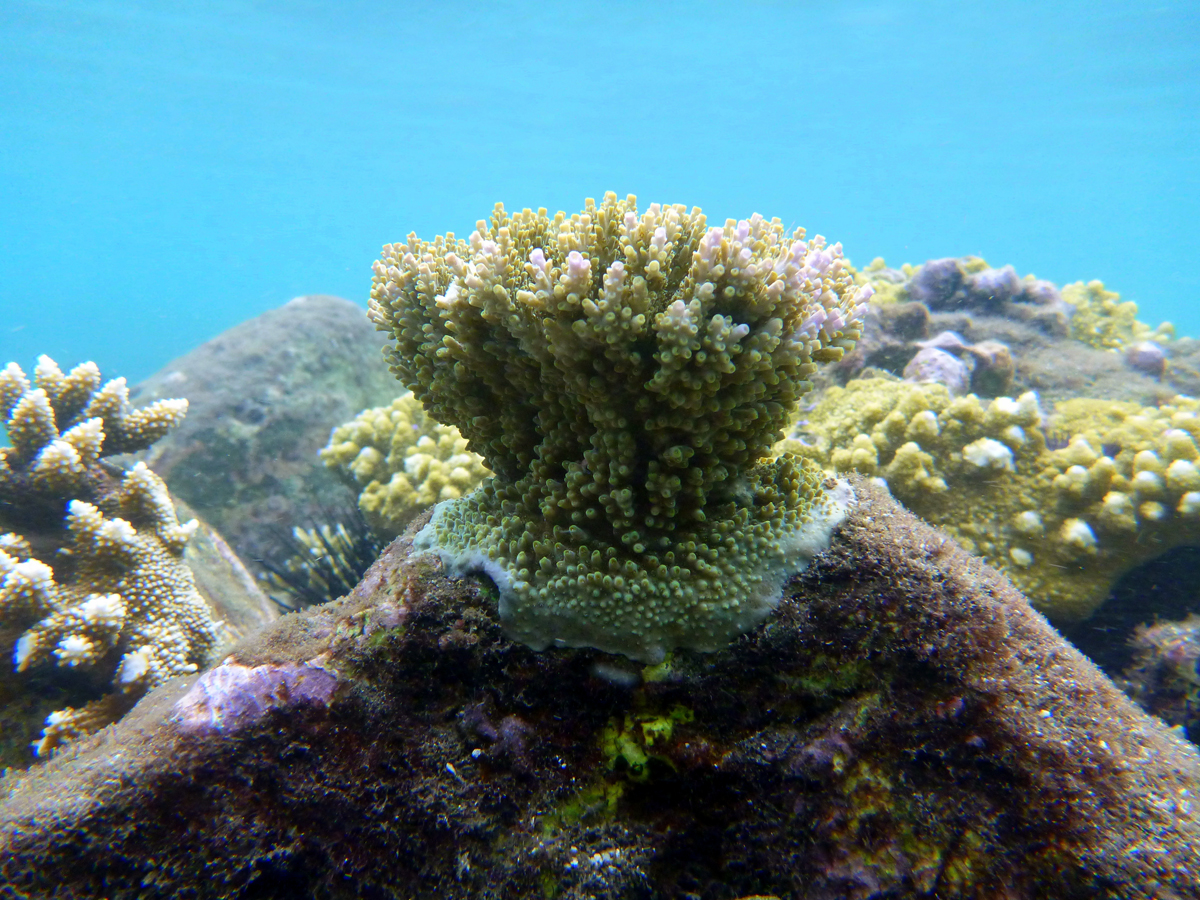
Acropora sp.
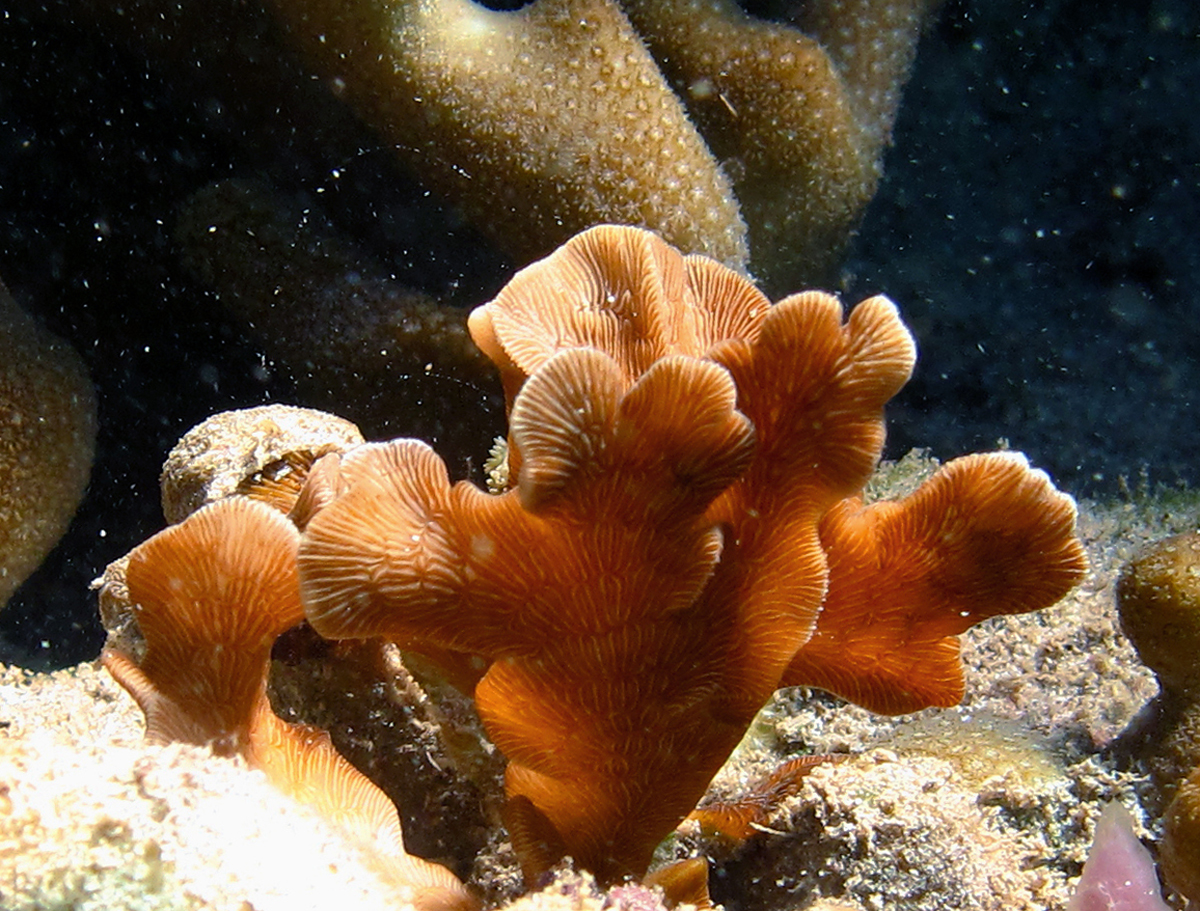
Corail « pomme-chips » (Pavona cactus)
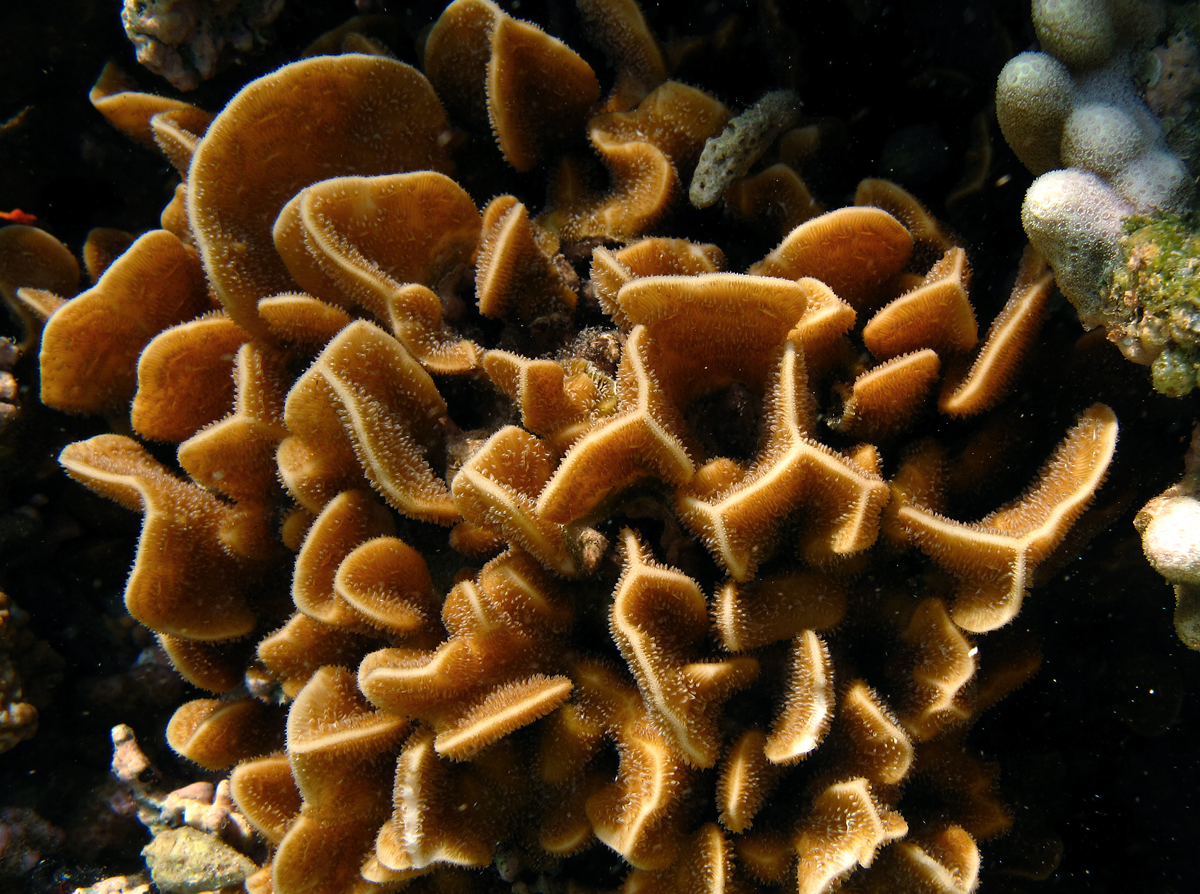
Pavona decussata?
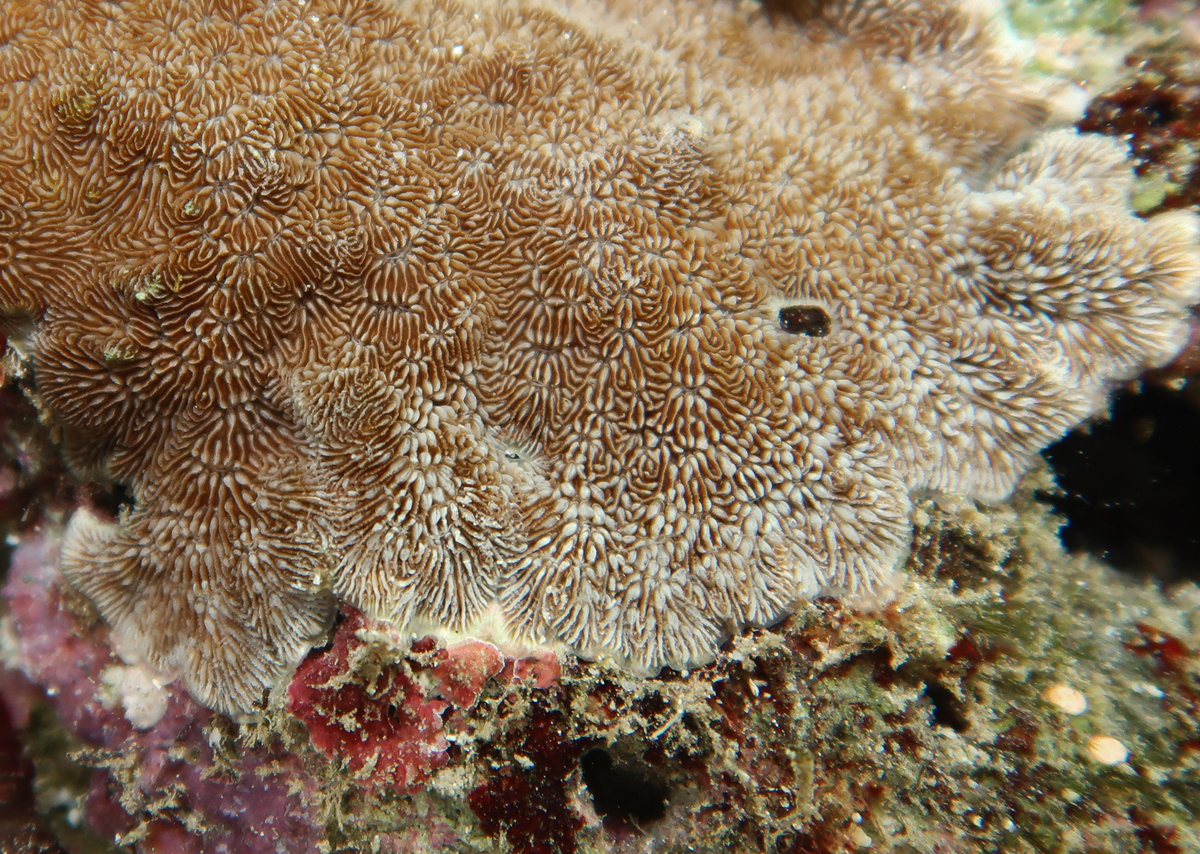
Pavona explanulata?
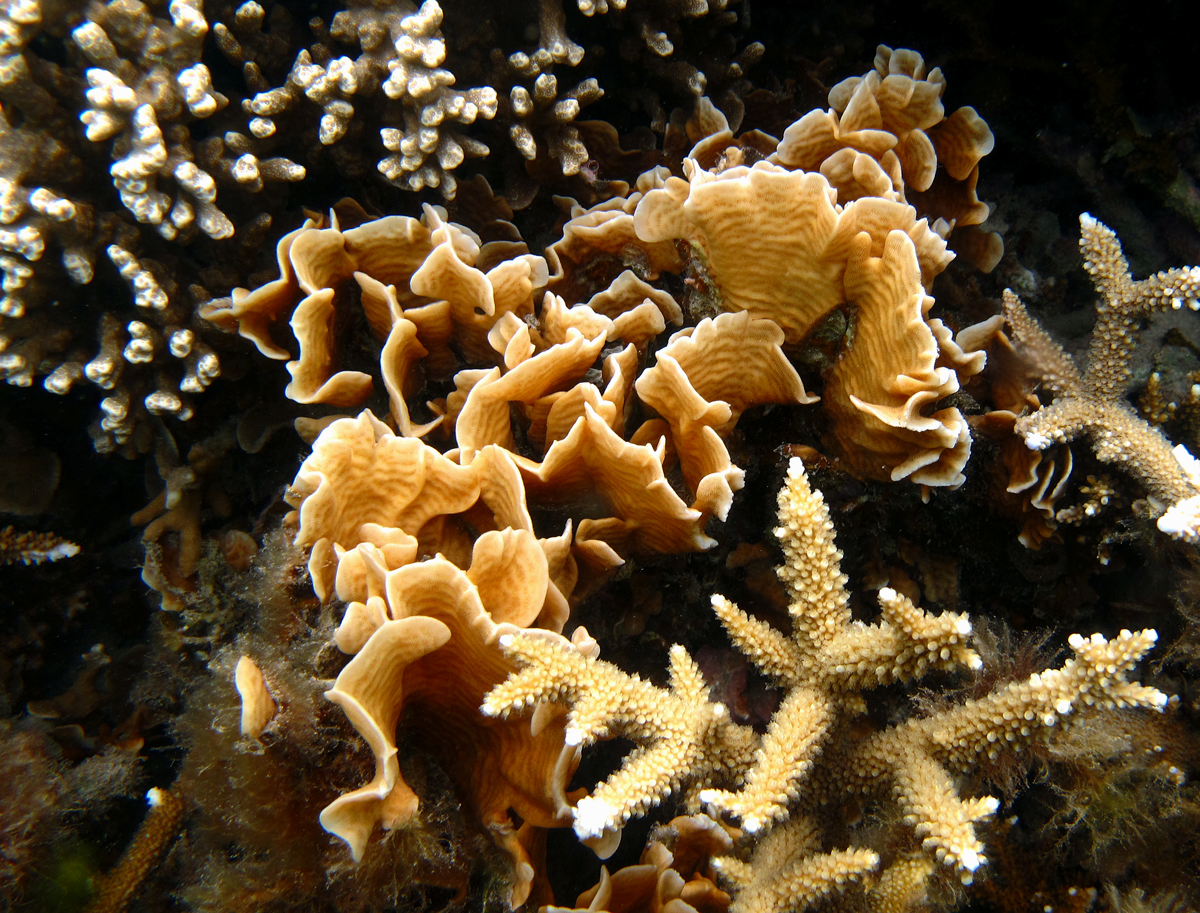
Pavona frondifera?
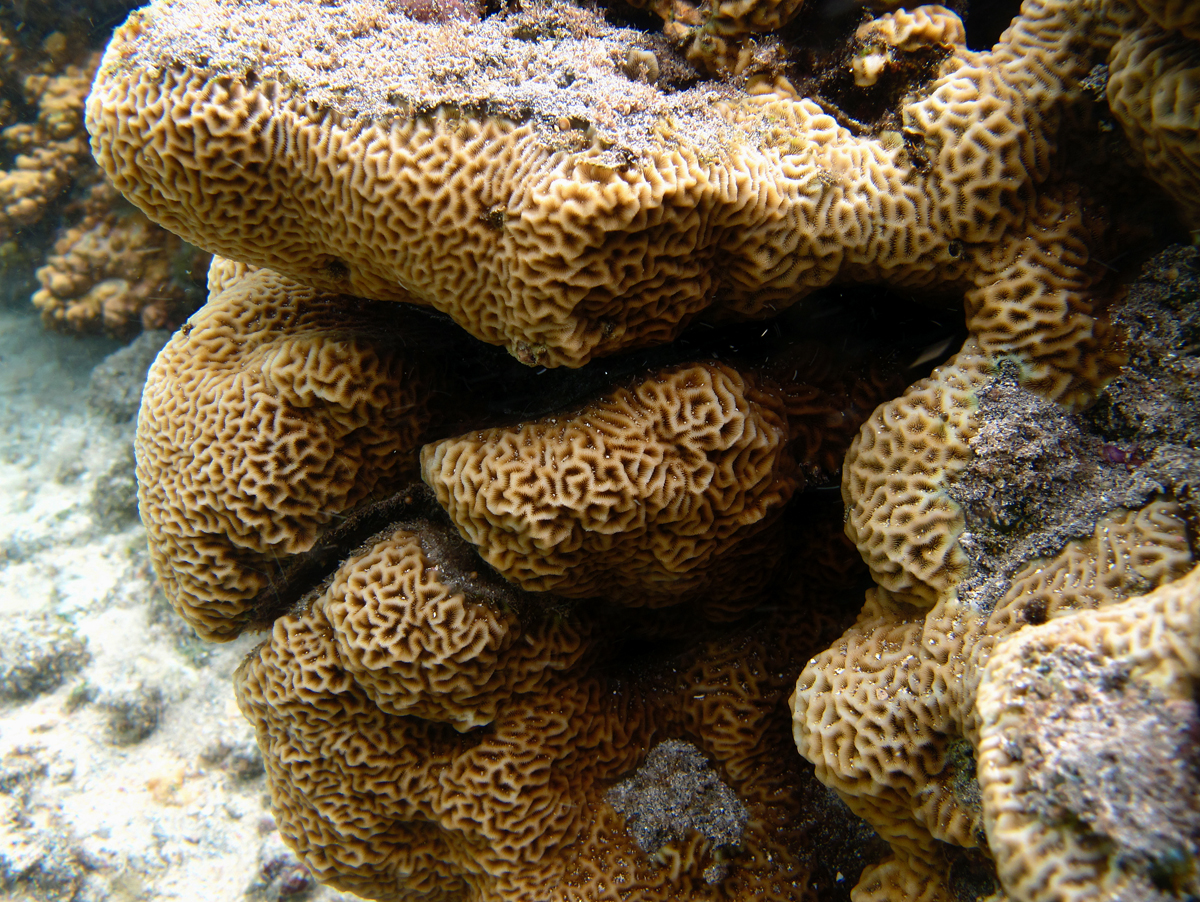
Pavona varians
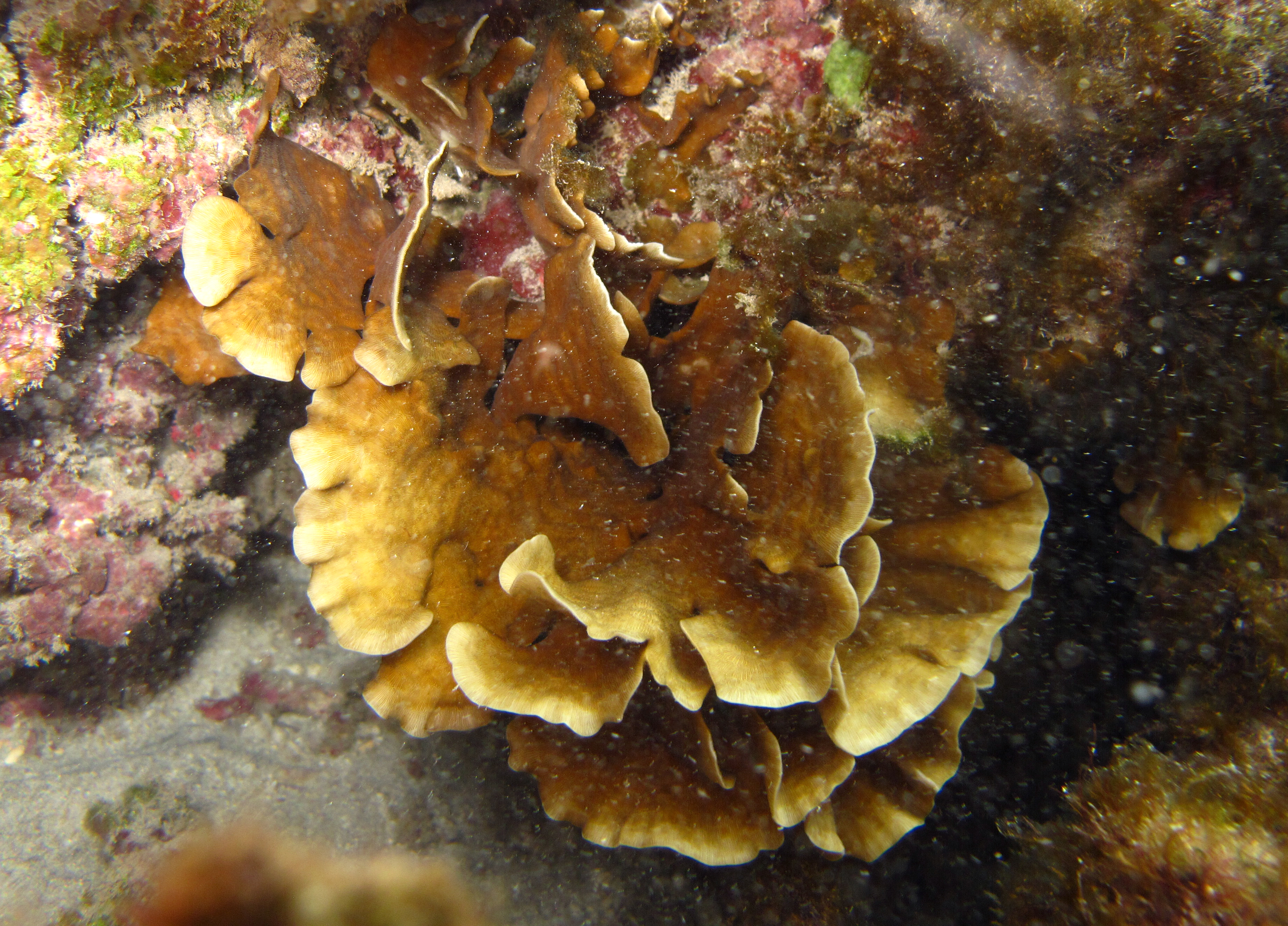
Pavona sp.
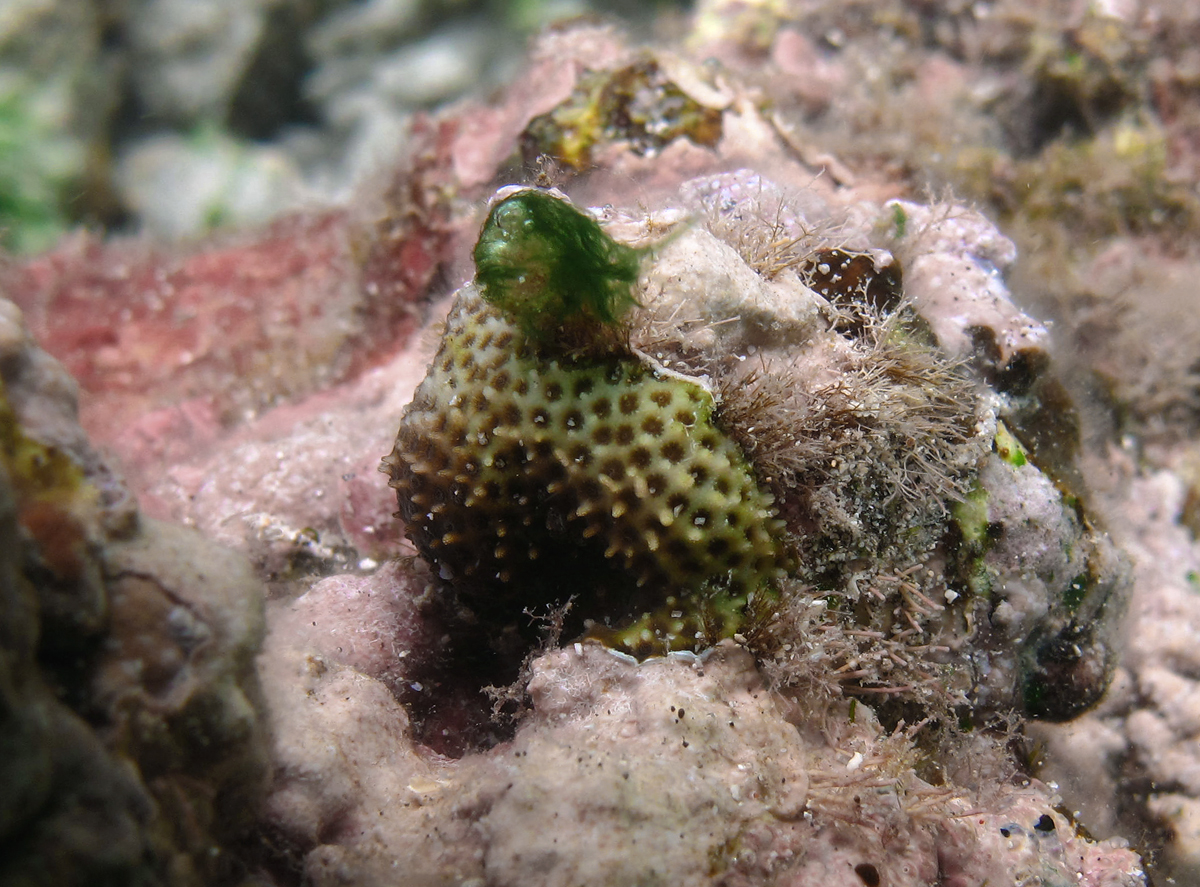
Stylocoeniella armata
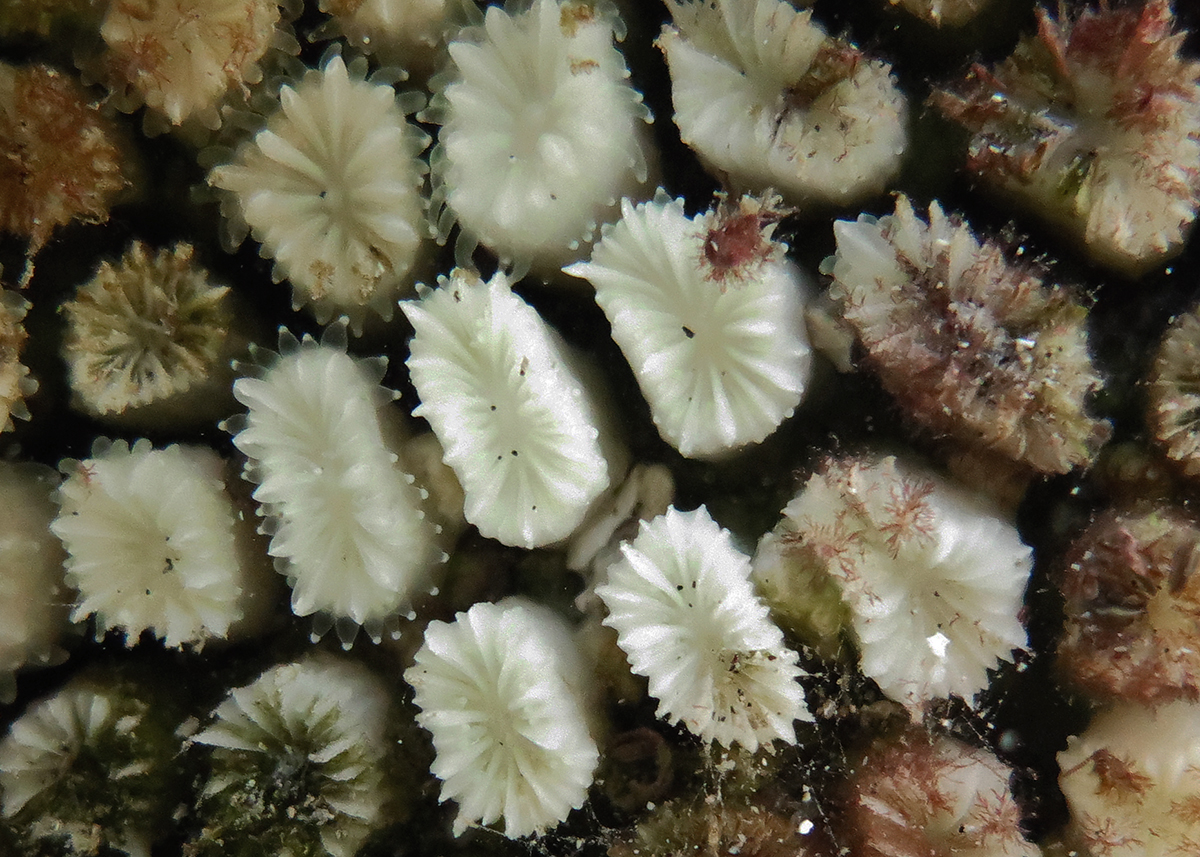
Eusmilia fastigiata
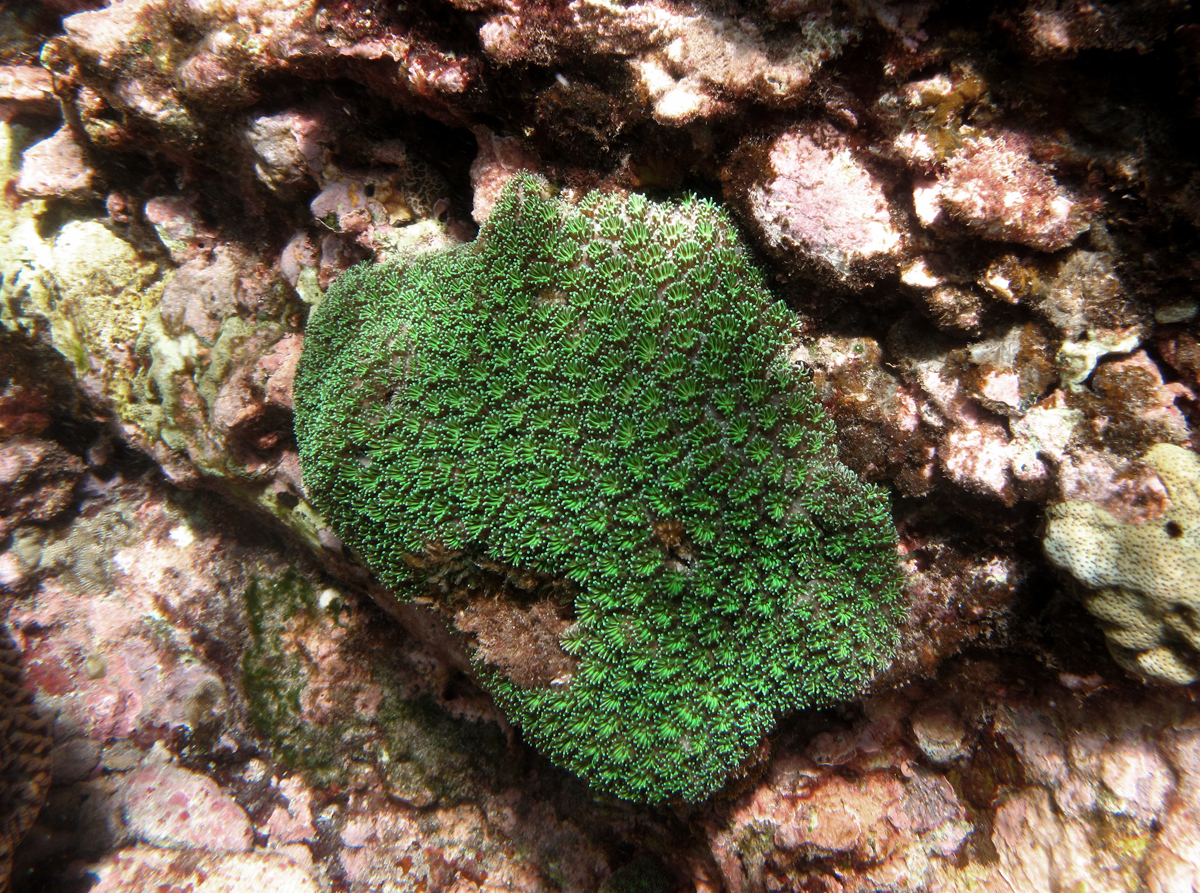
Corail cristal (Galaxea fascicularis)
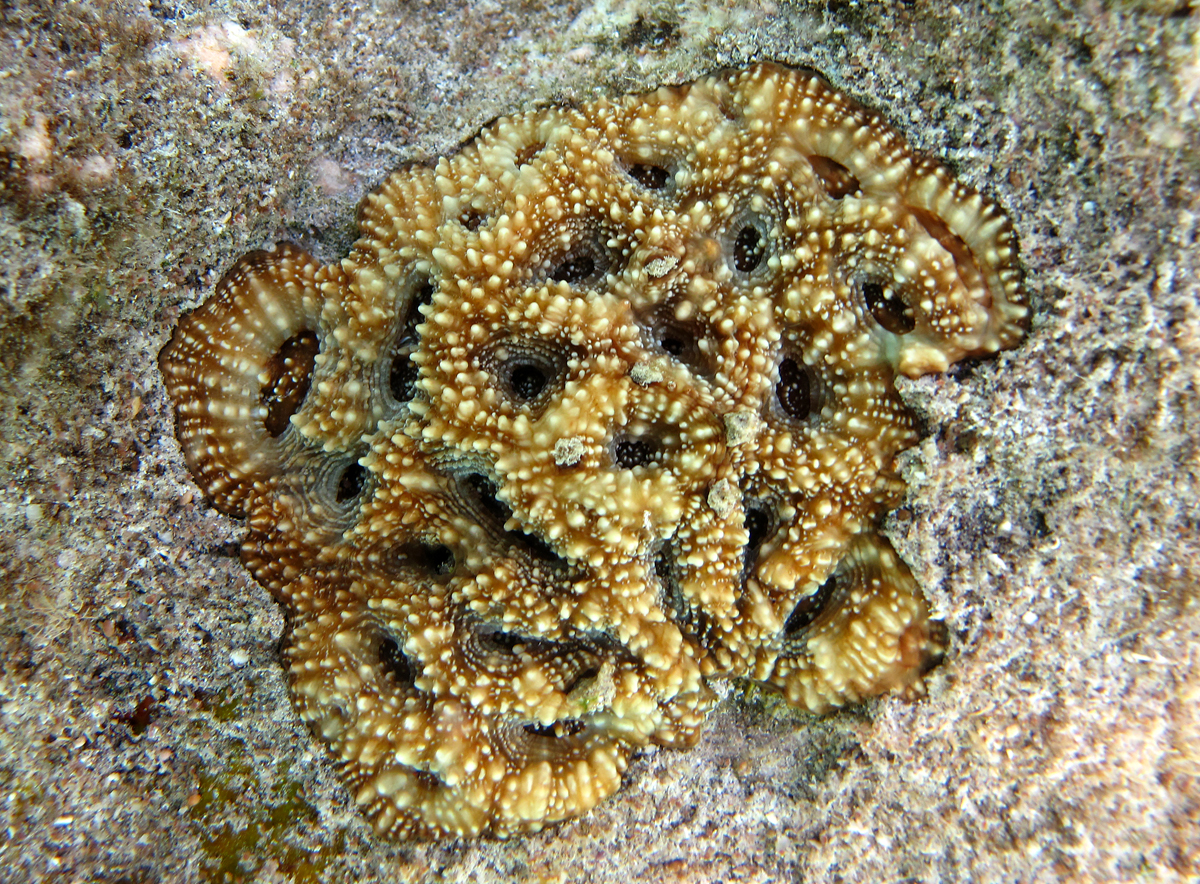
Corail Acanthastrea echinata
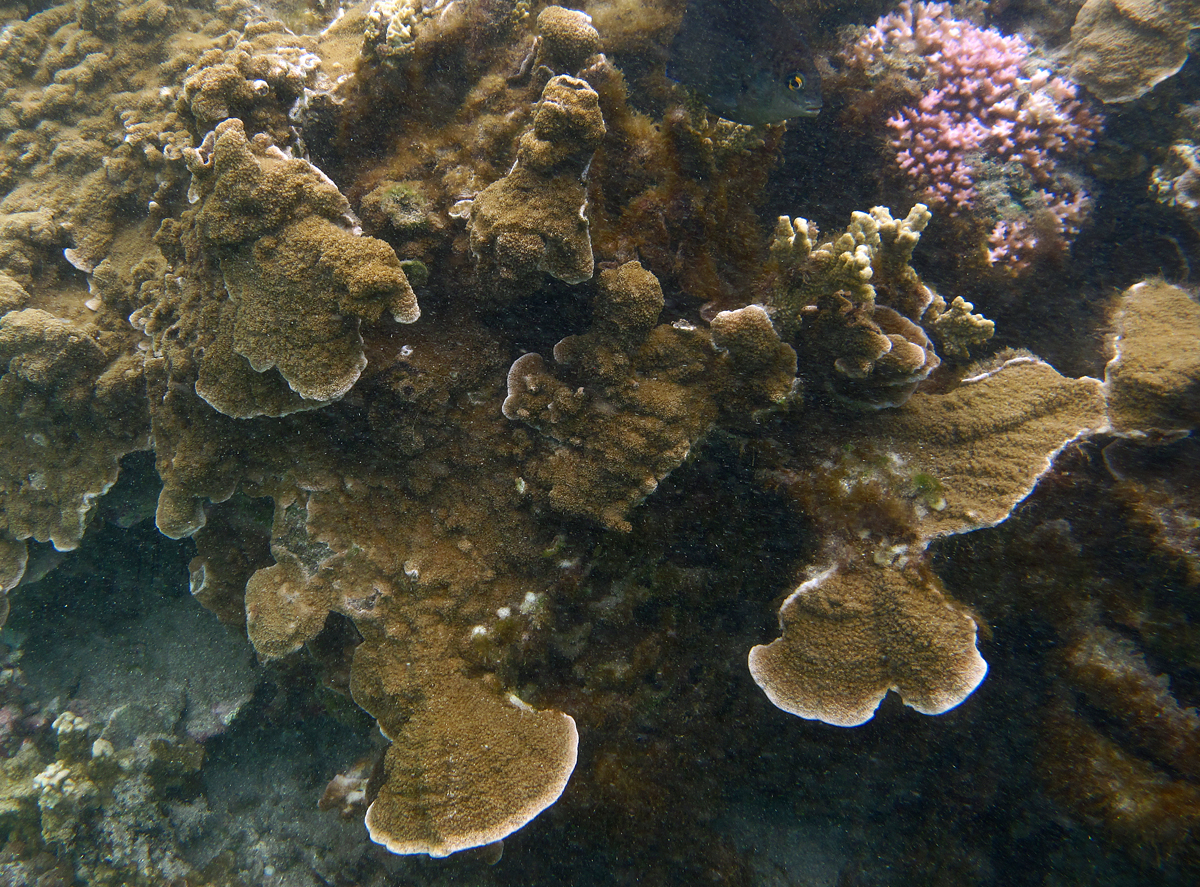
Echinophyllia aspera
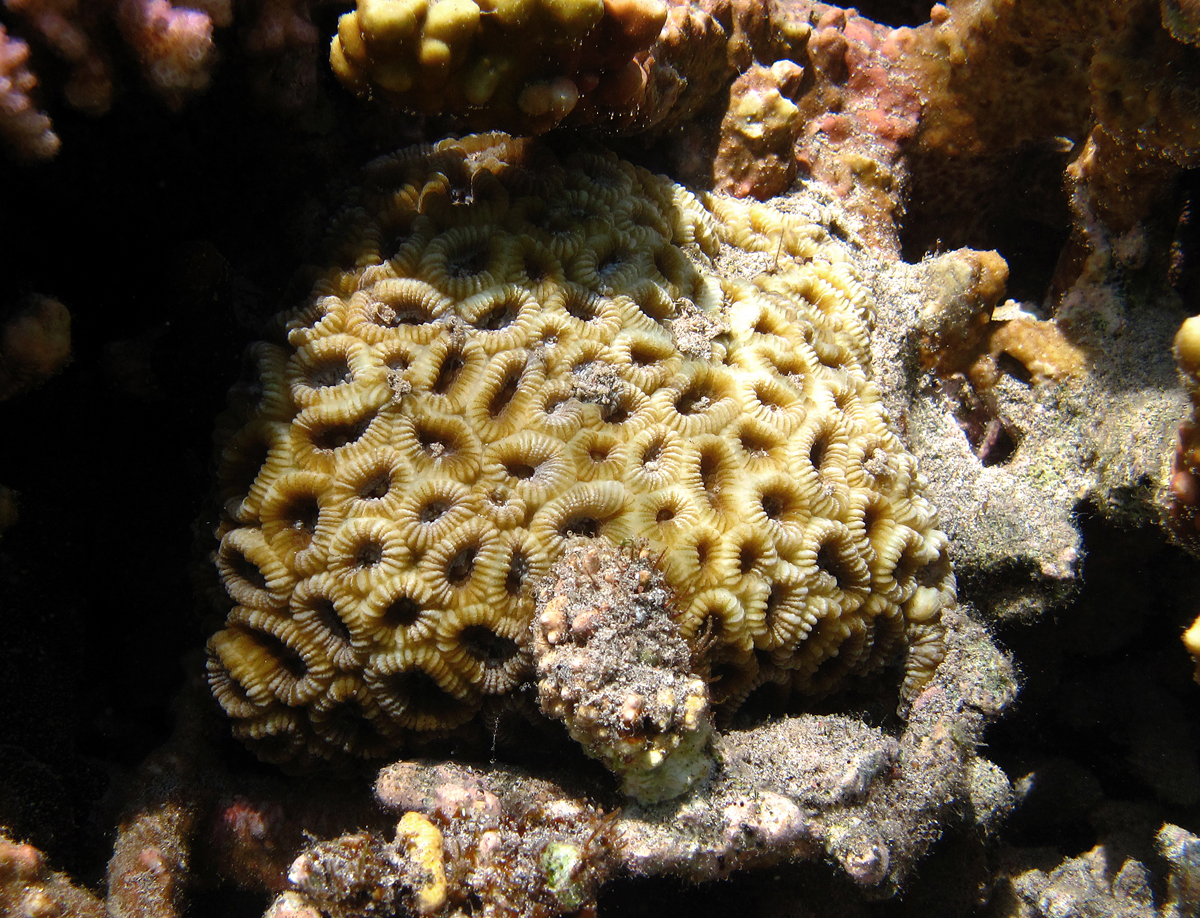
Corail Montastraea sp.
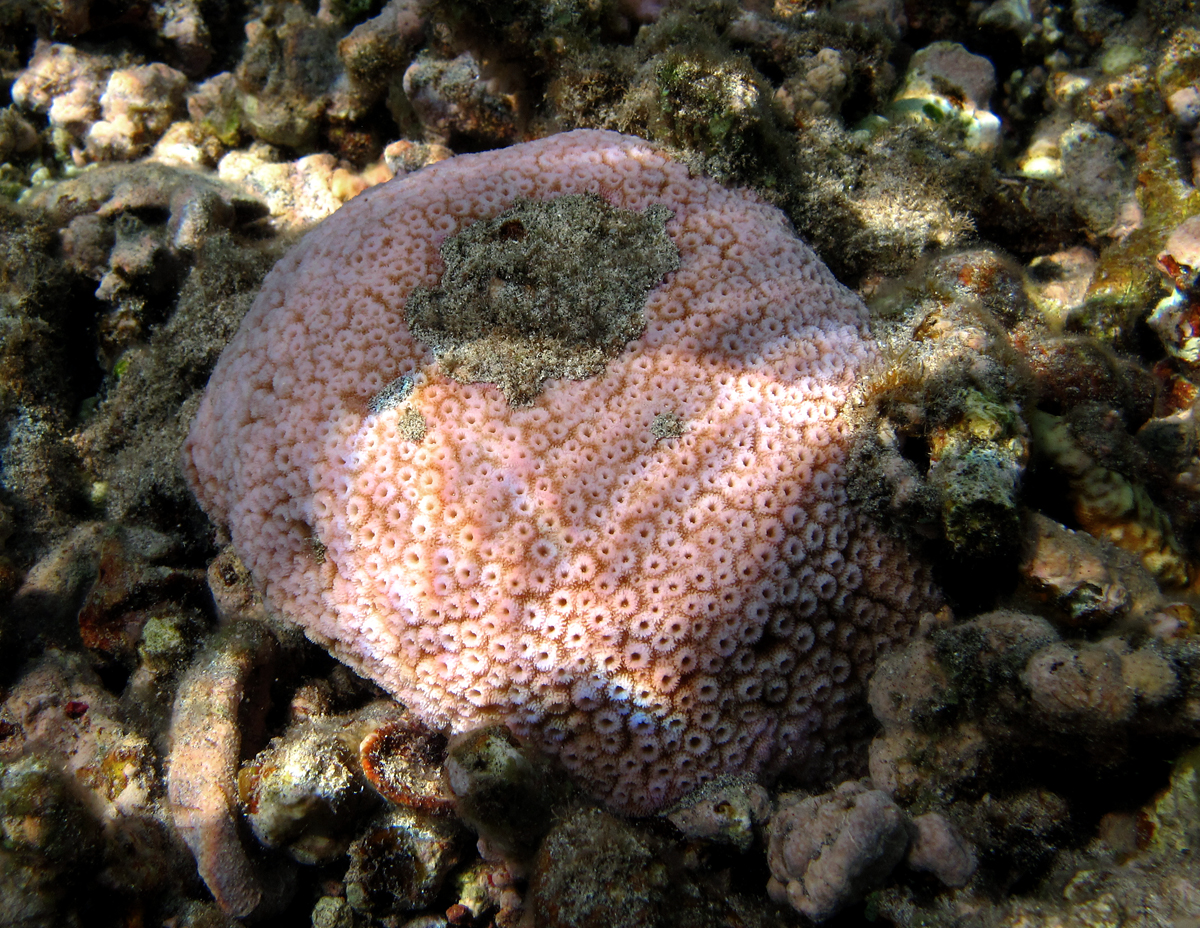
Astreopora listeri?
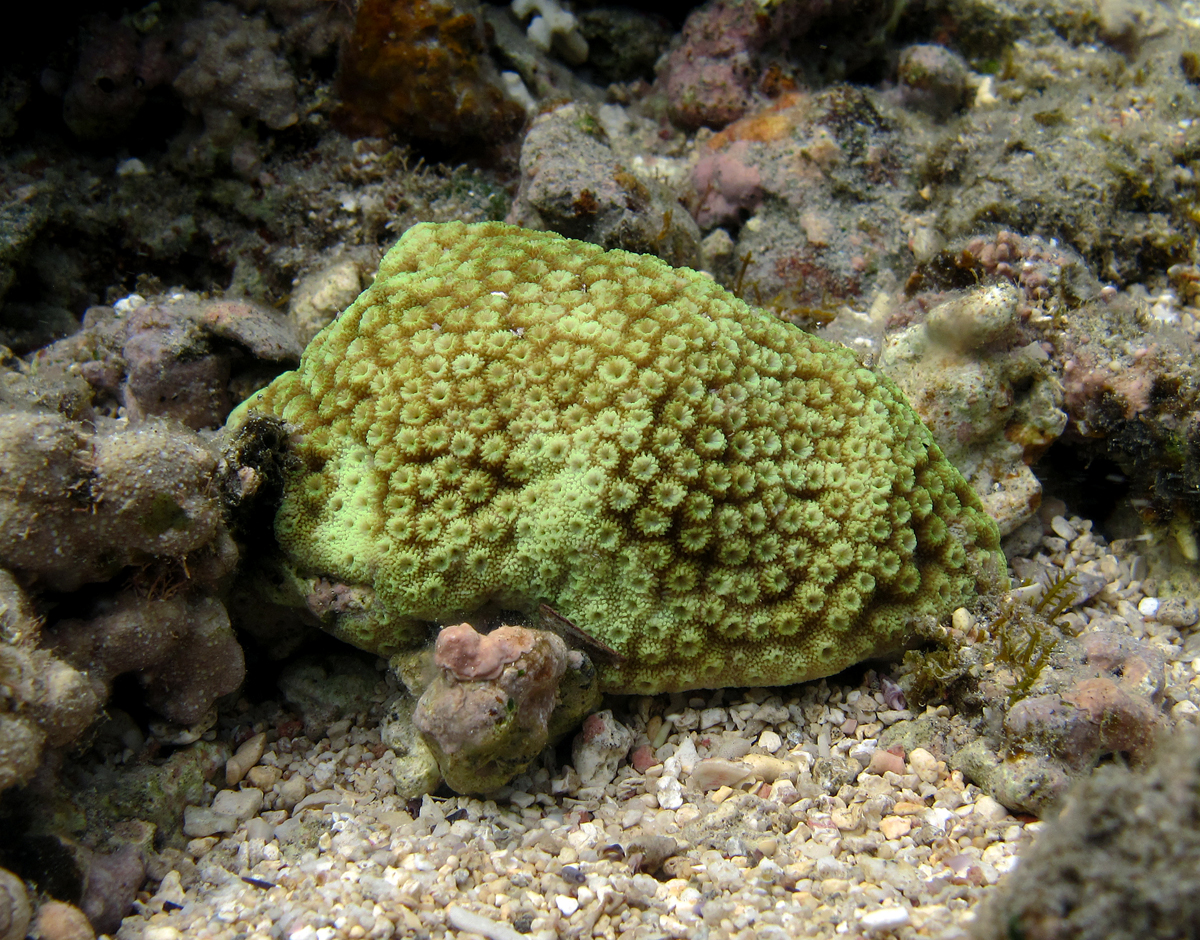
Astreopora myriophthalma?
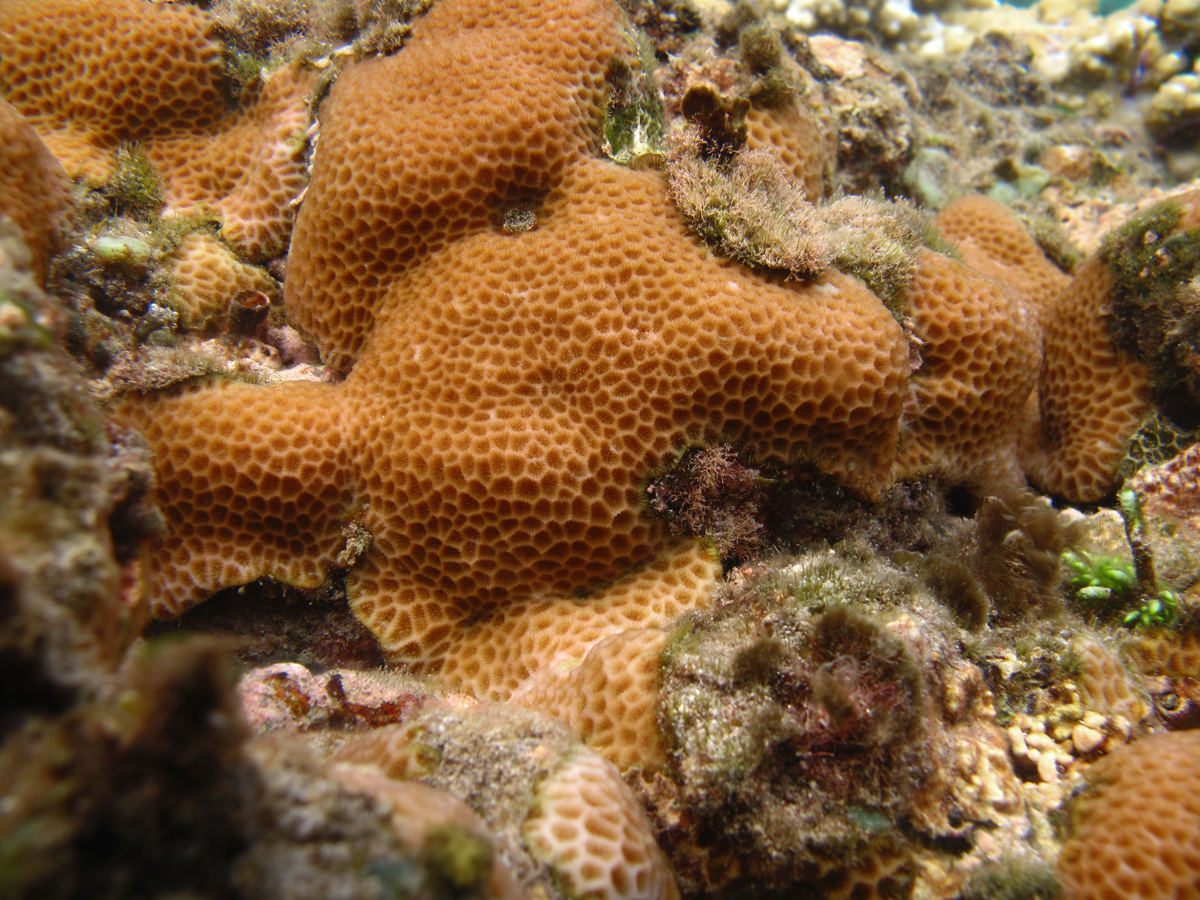
Gardineroseris planulata?
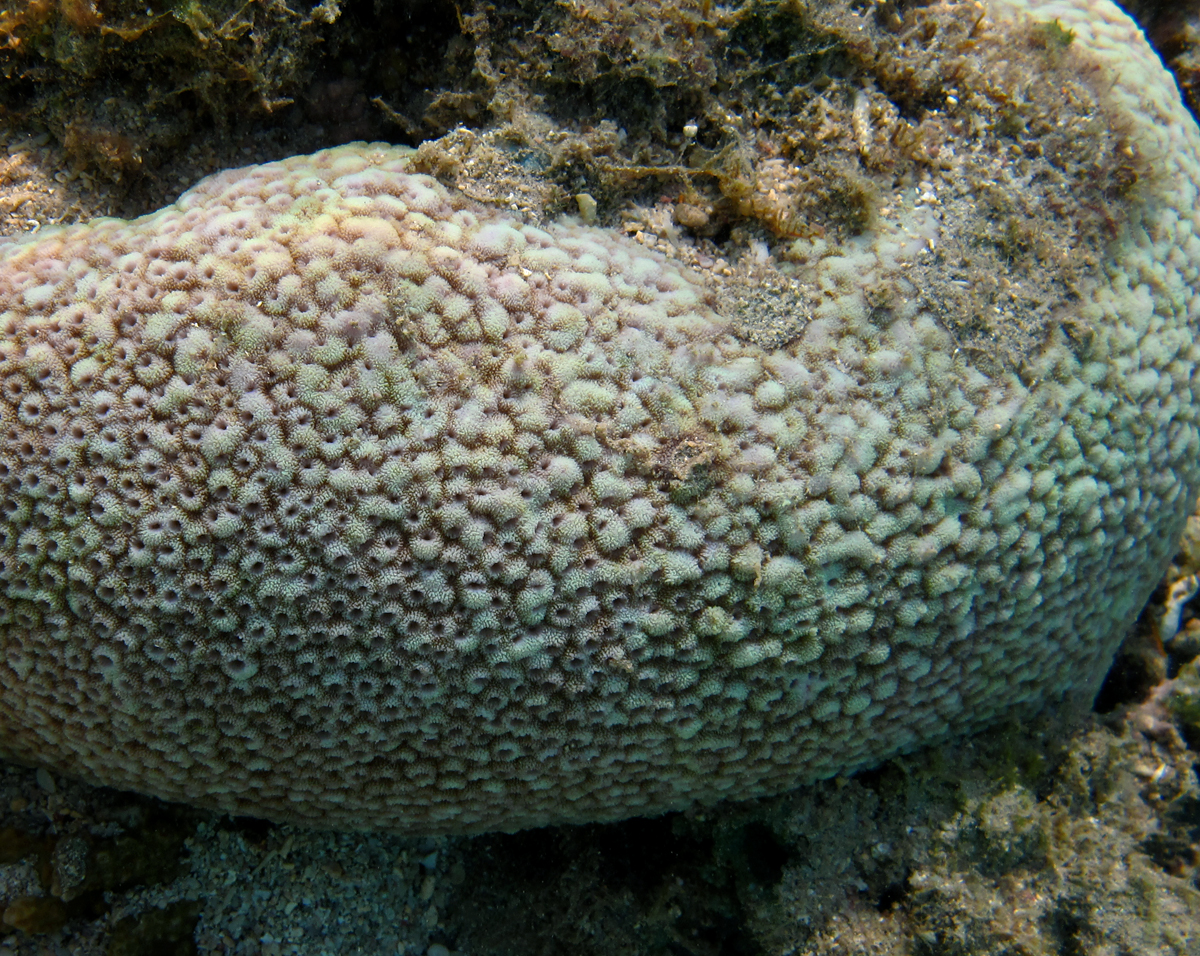
Astrea curta
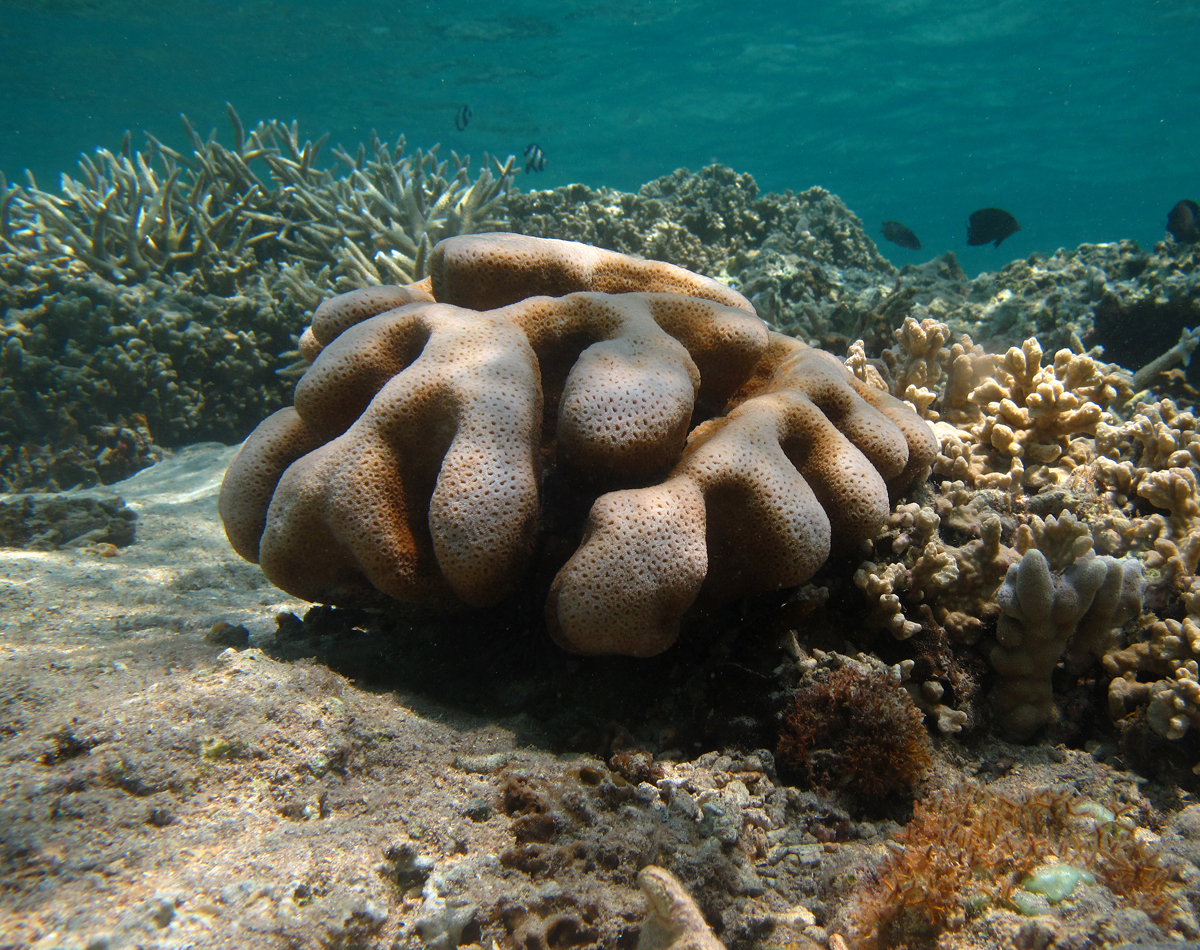
Cyphastrea serailia
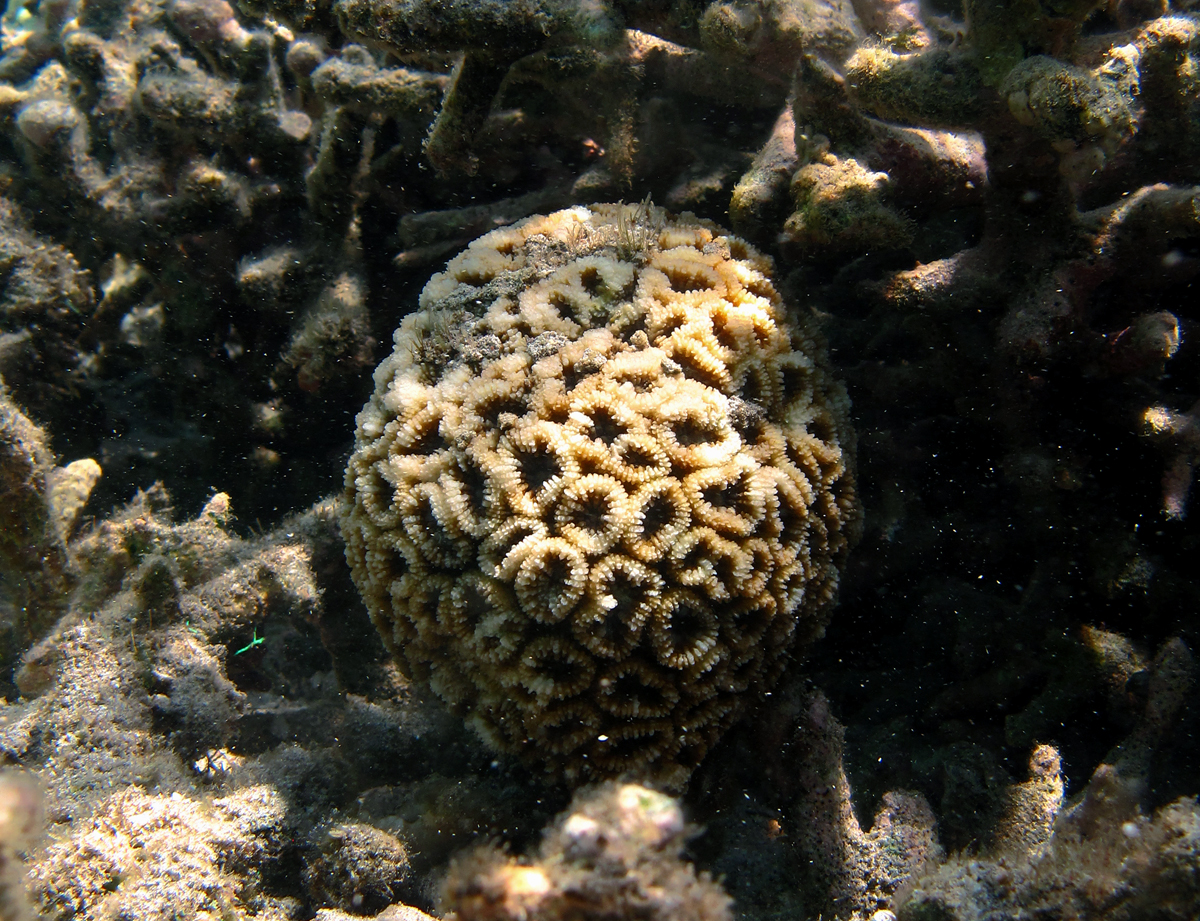
Dipsastraea matthaii?
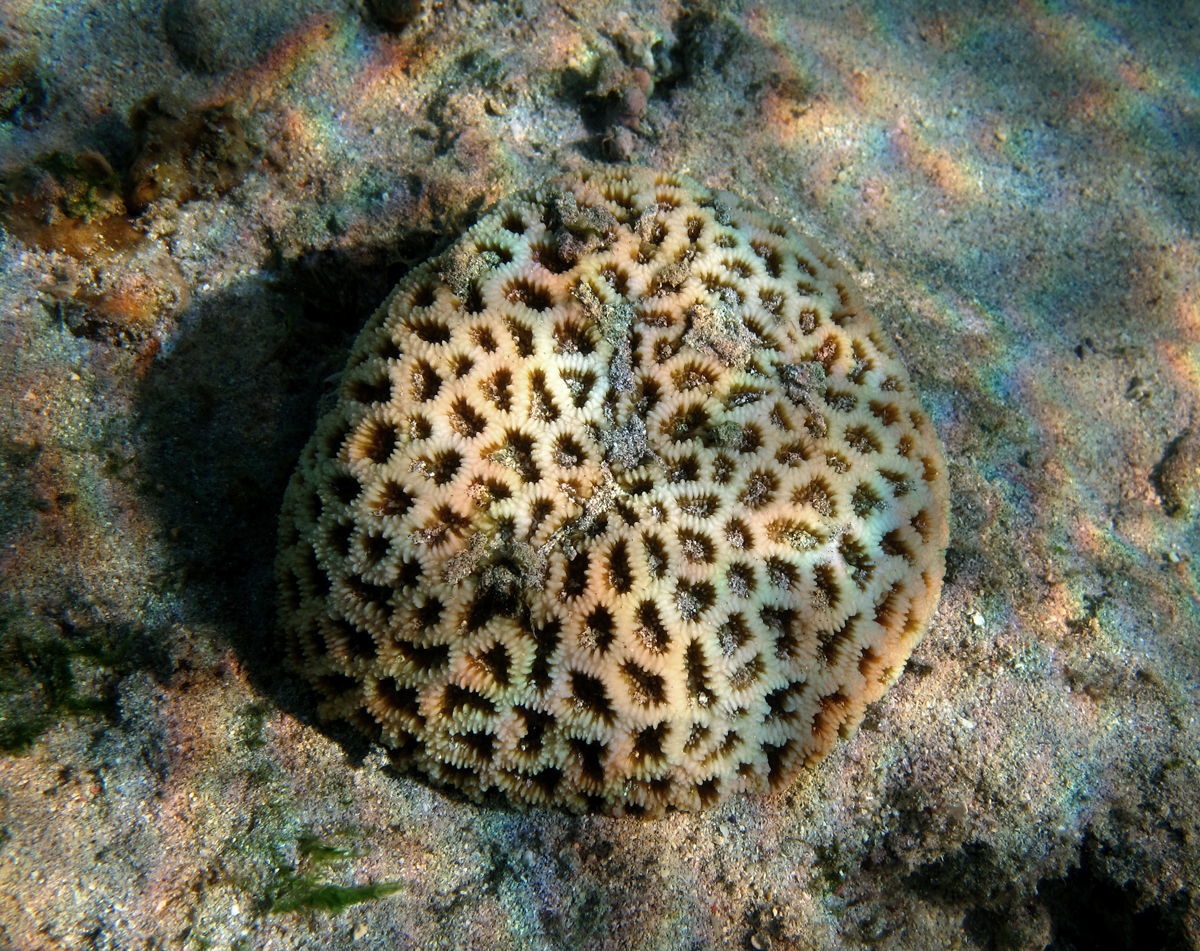
Dipsastraea pallida
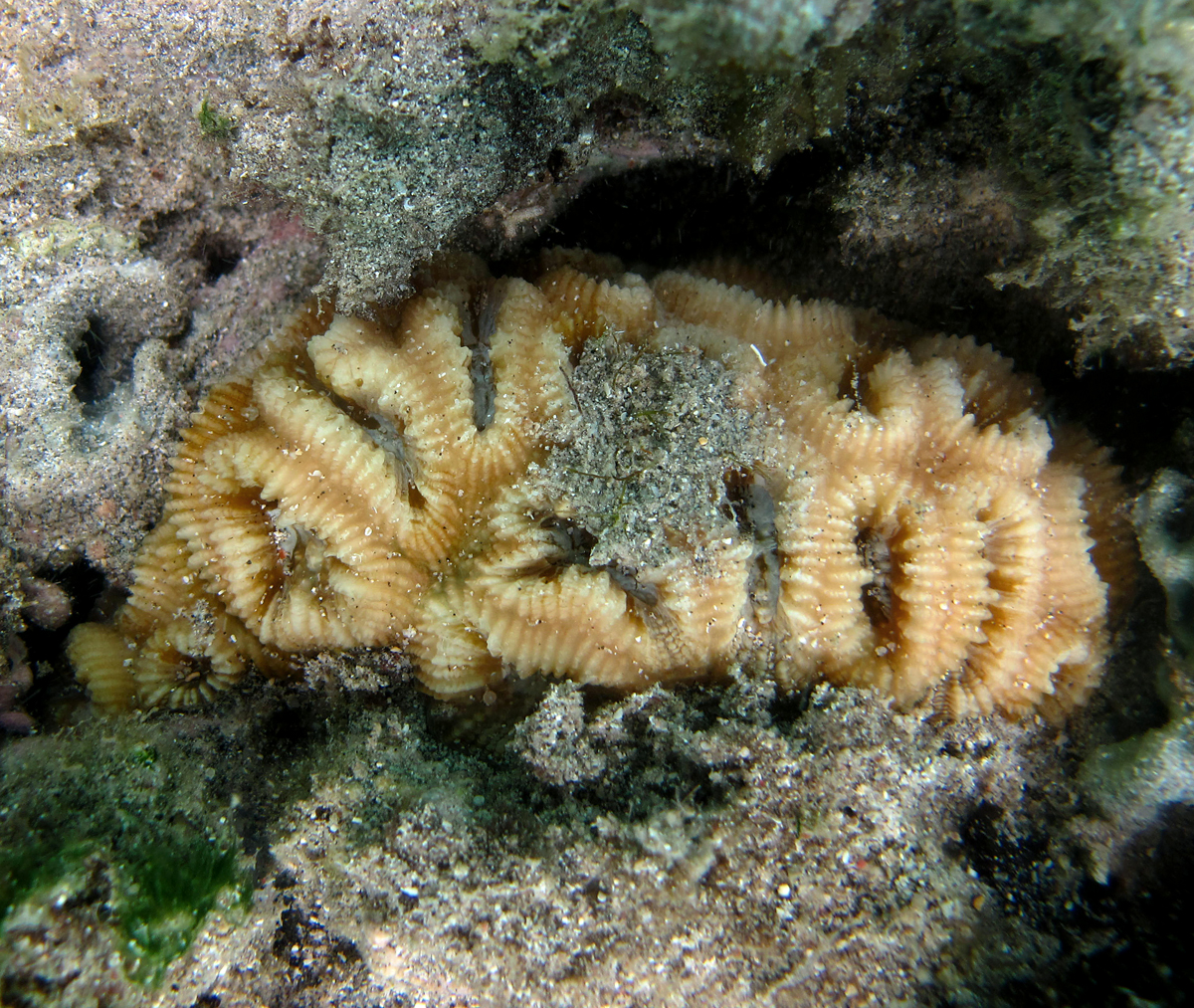
Dipsastraea rotumana?
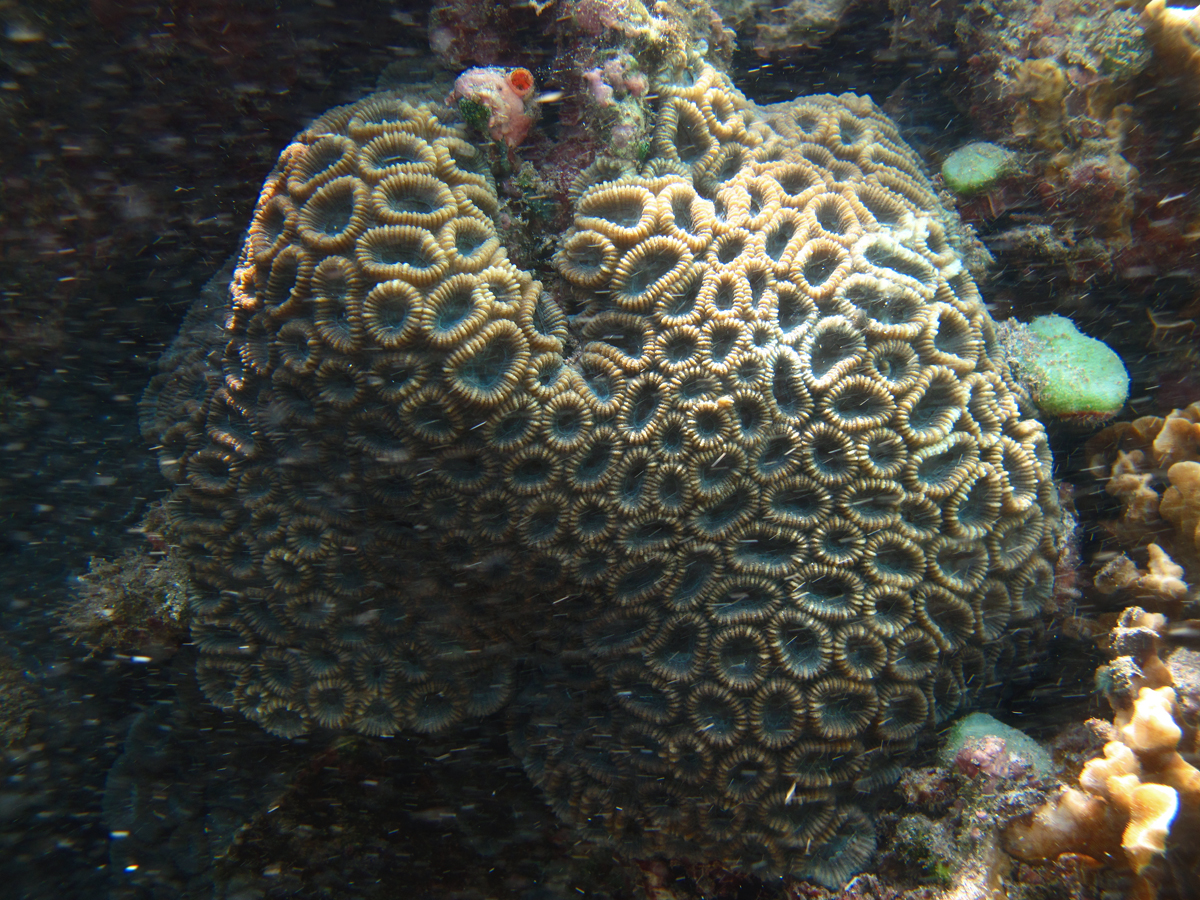
Dipsastraea speciosa?
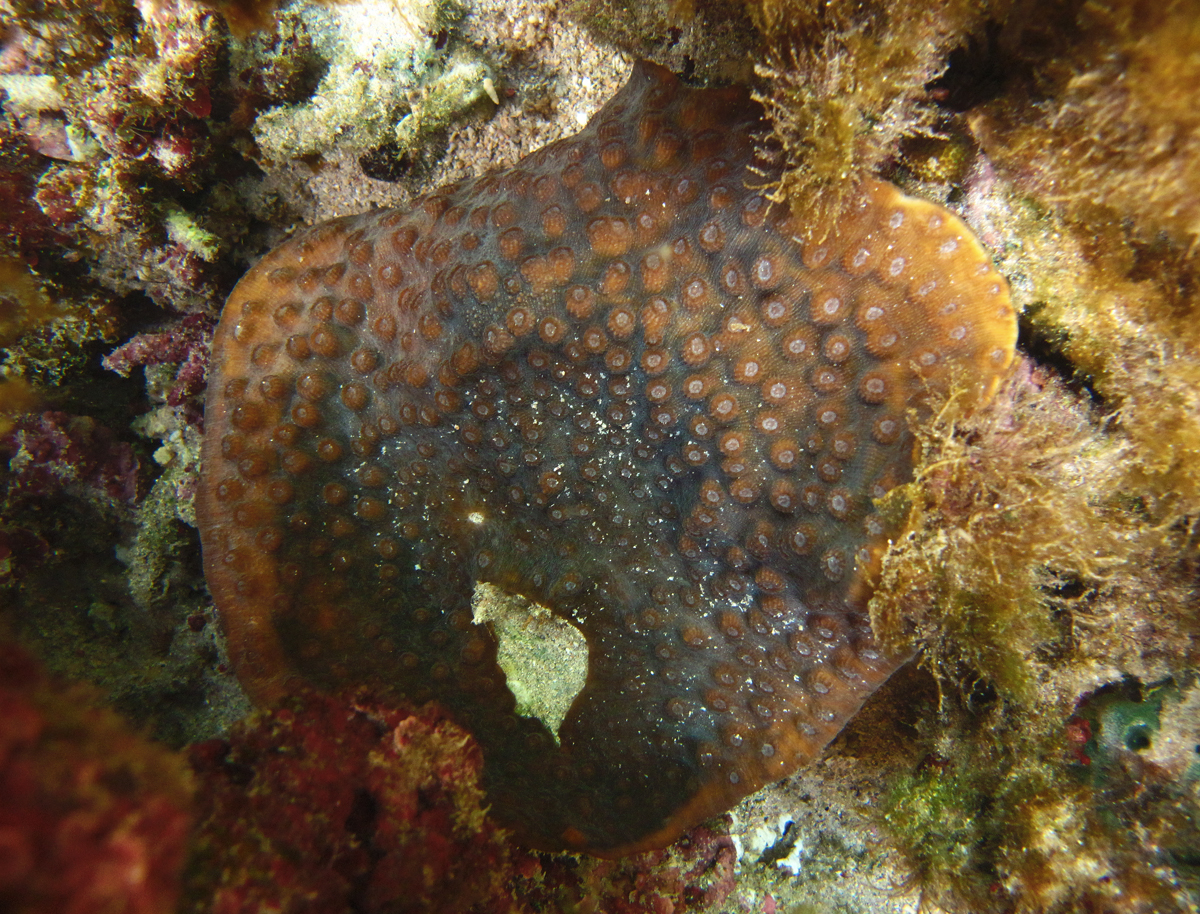
Echinopora gemmacea
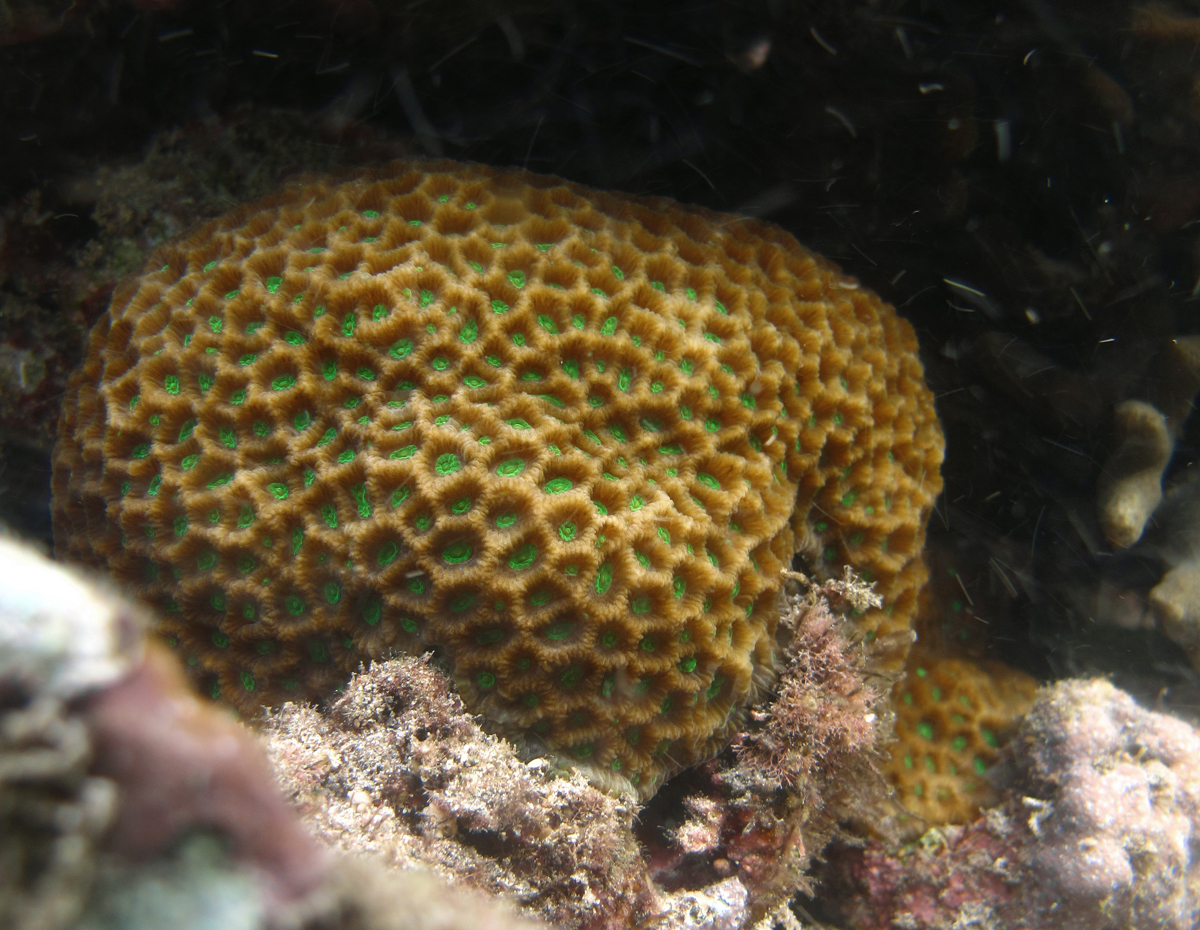
Favites pentagona
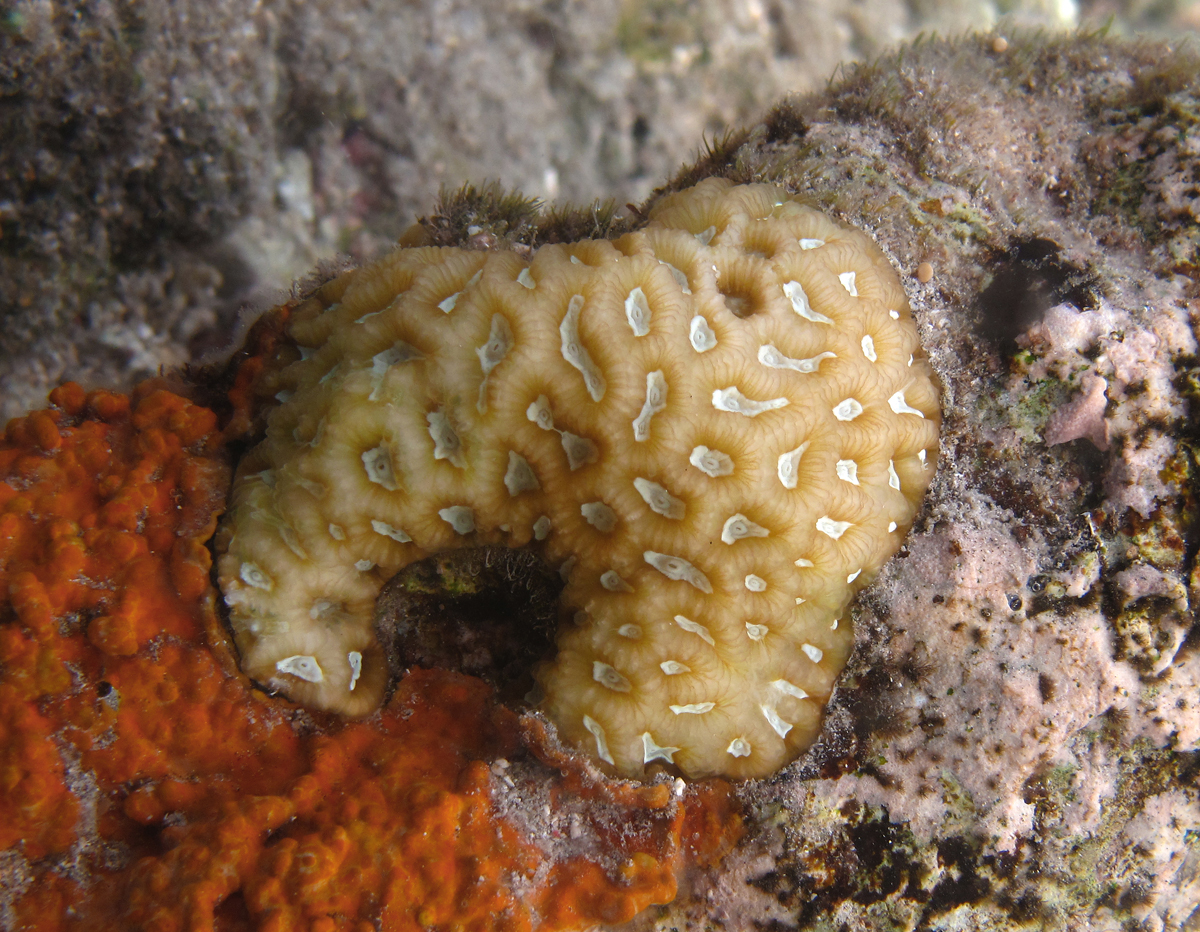
Favites sp. (peut-être Favites complanata ?)
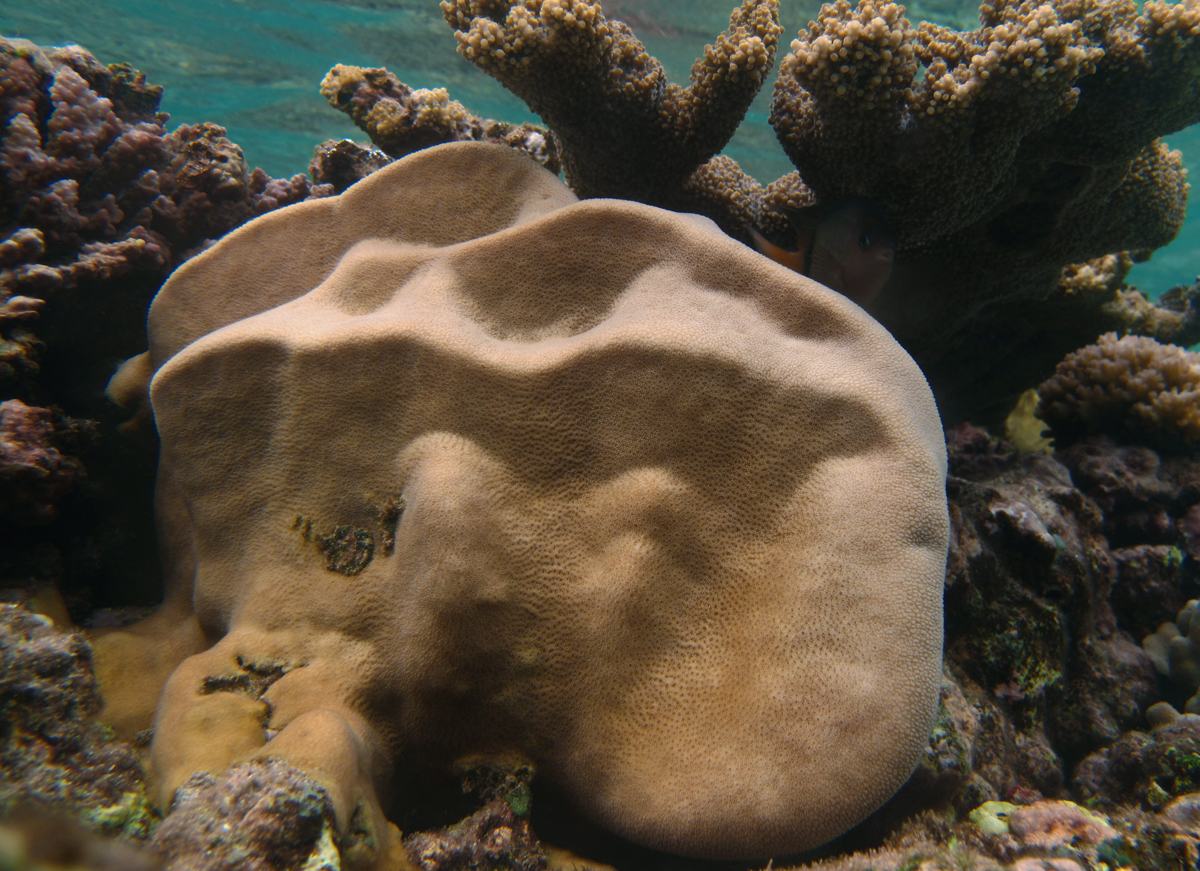
Goniastrea stelligera
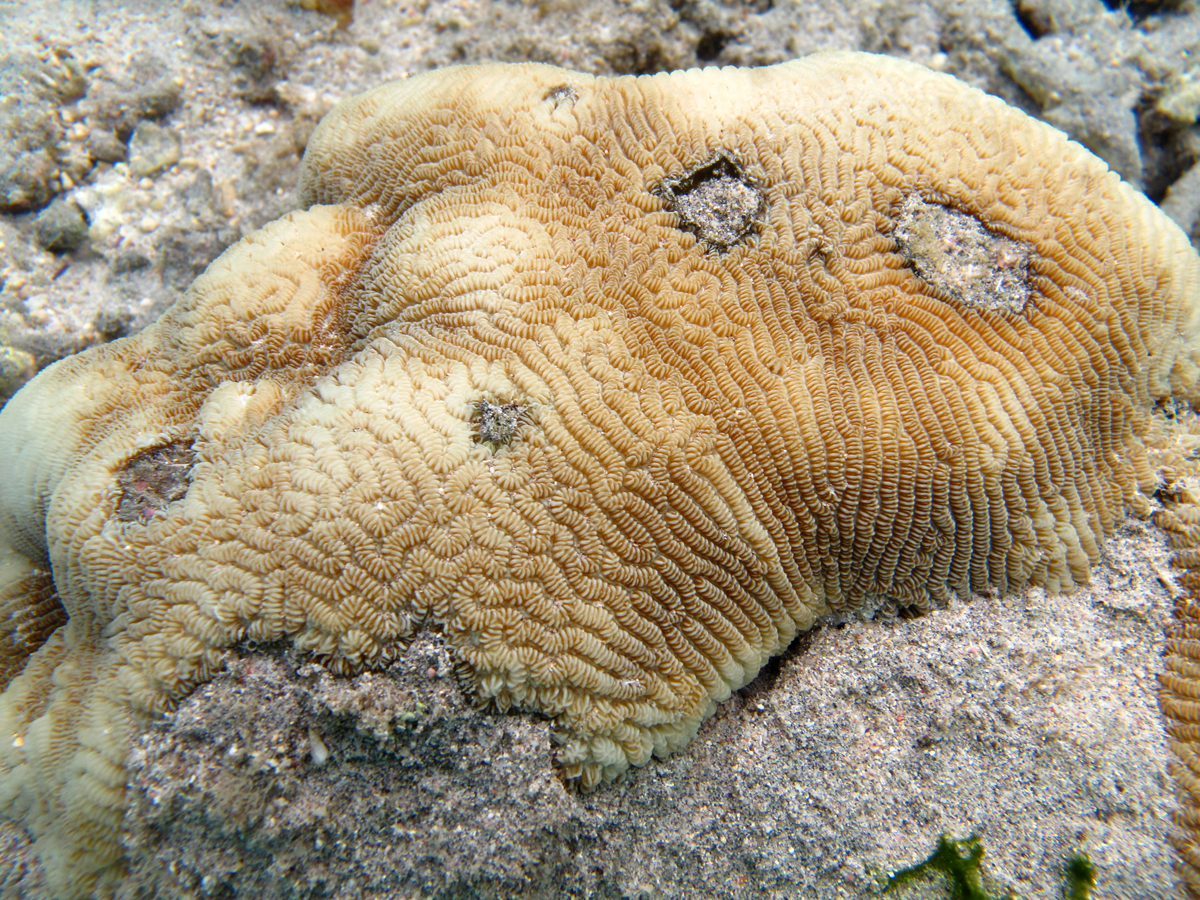
Leptoria phrygia
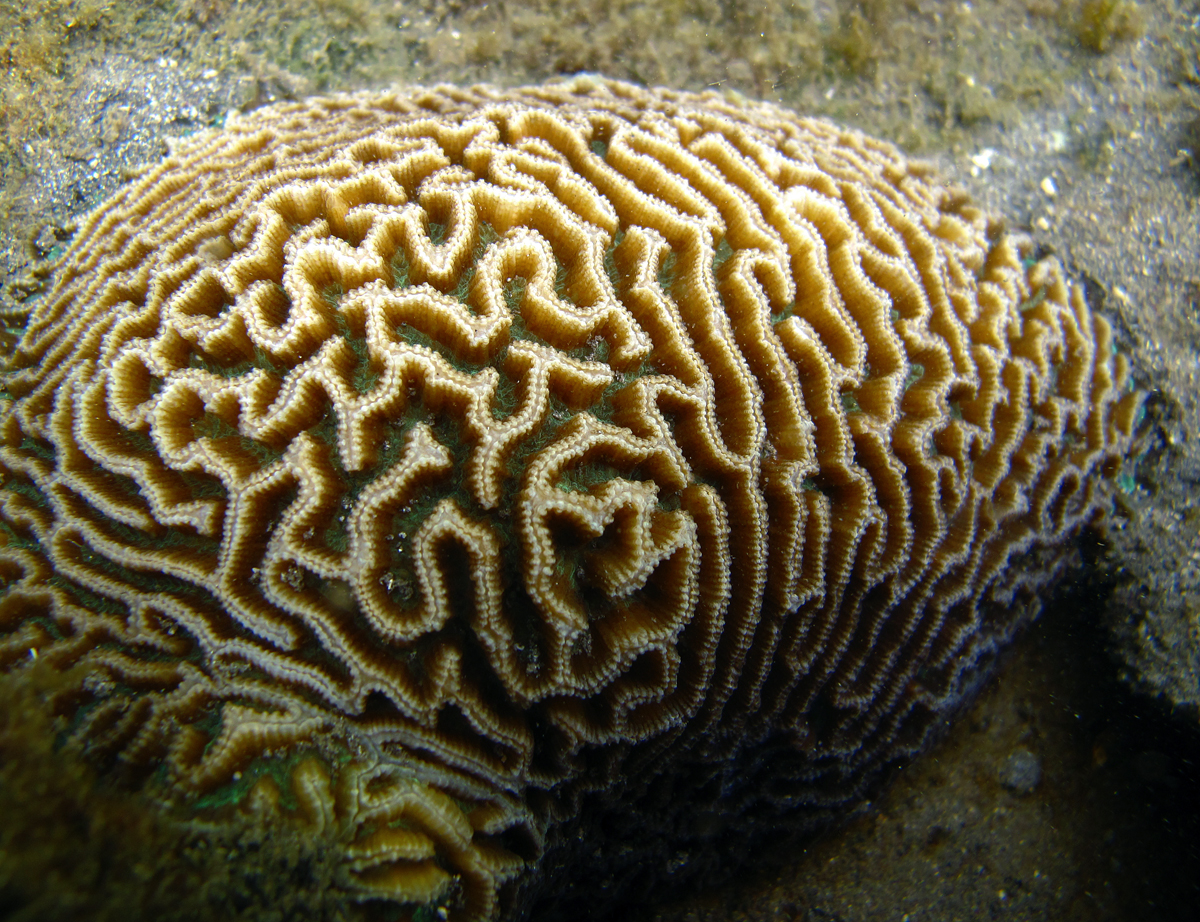
Corail cerveau Platygyra daedalea?
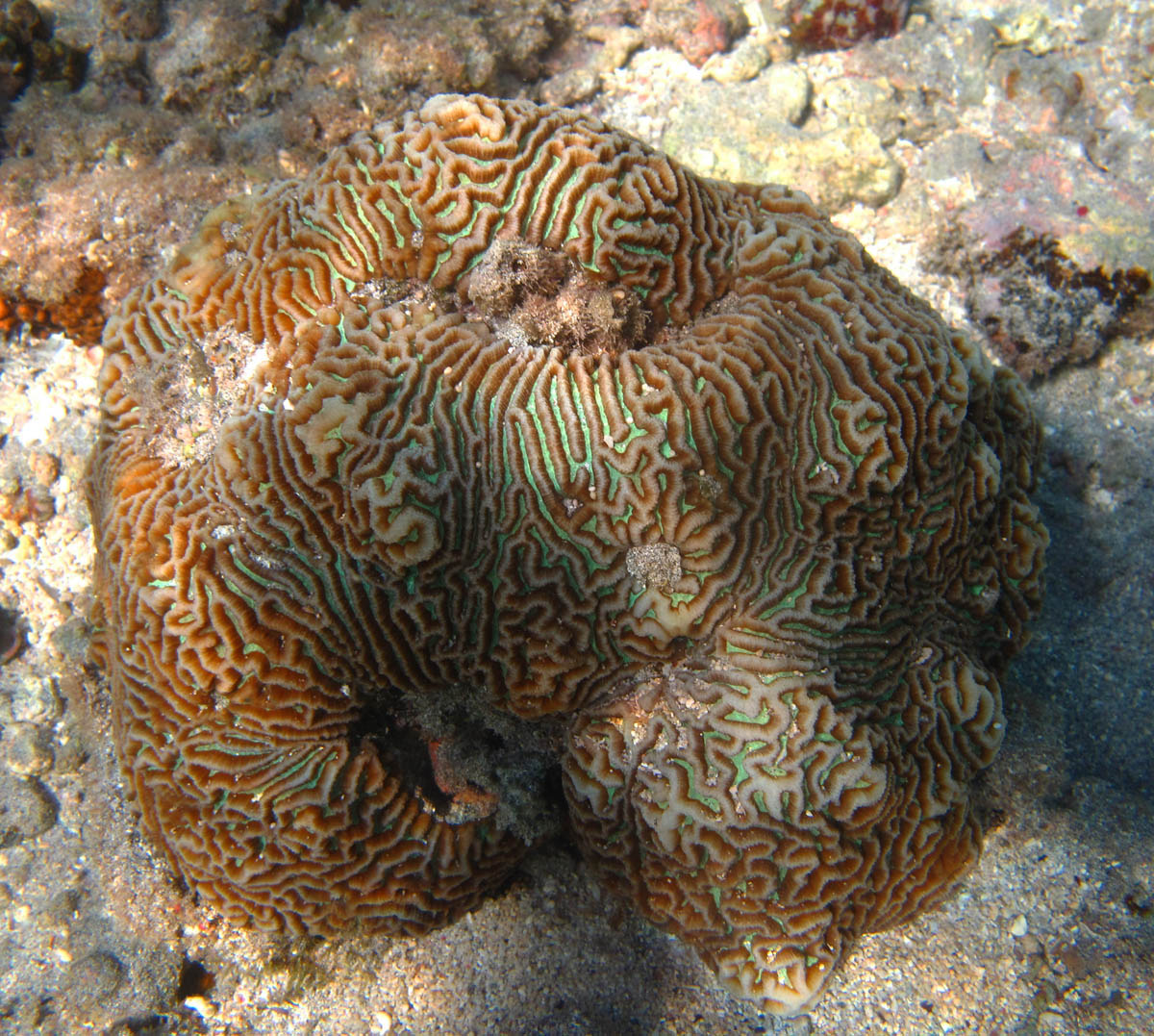
Corail cerveau Platygyra lamellina
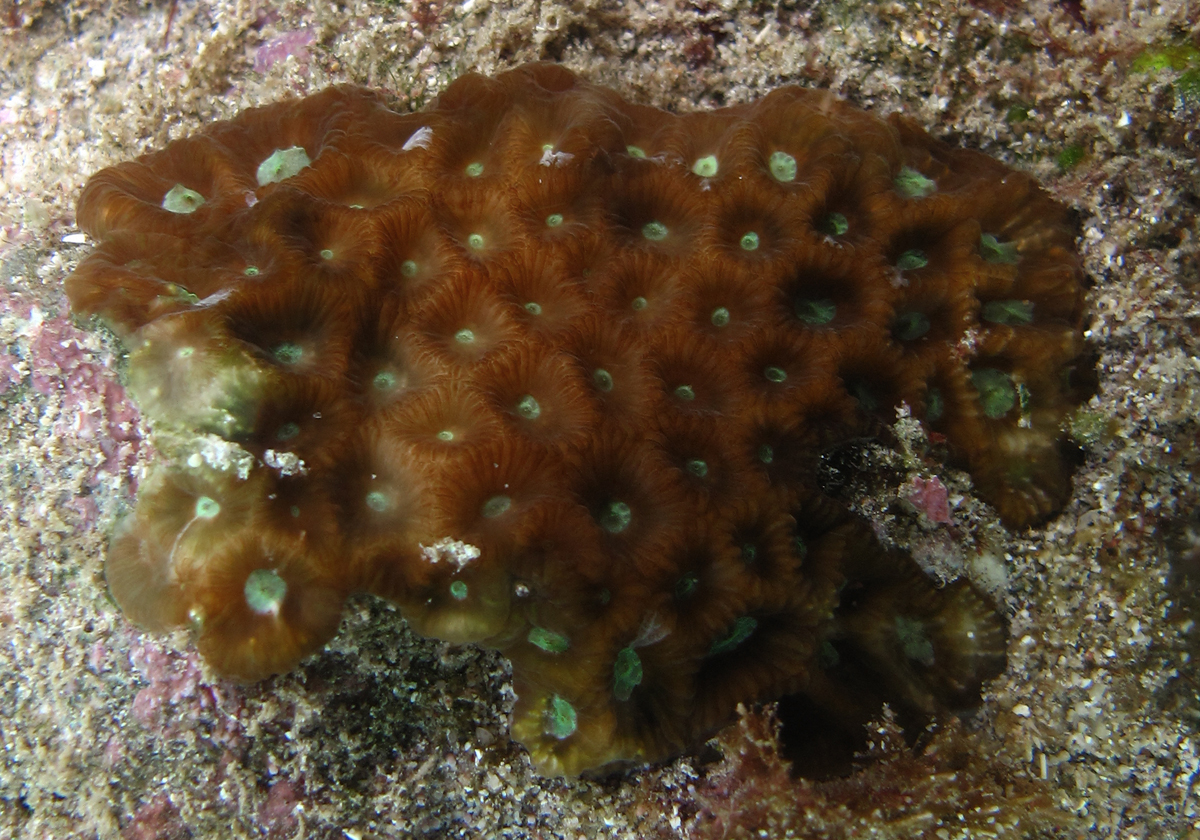
Une colonie de corail non identifiée (peut-être de la famille des Merulinidae)?
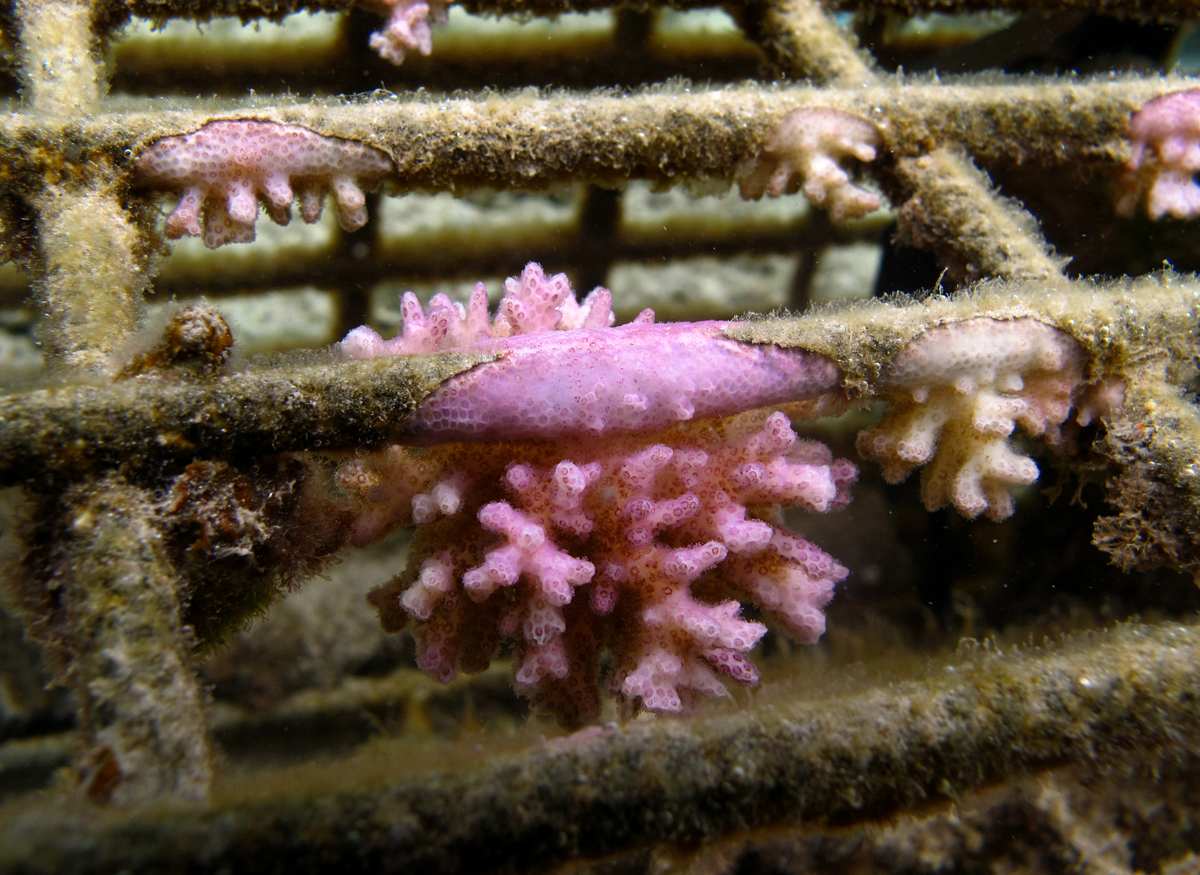
Corail verruqueux (Pocillopora damicornis)
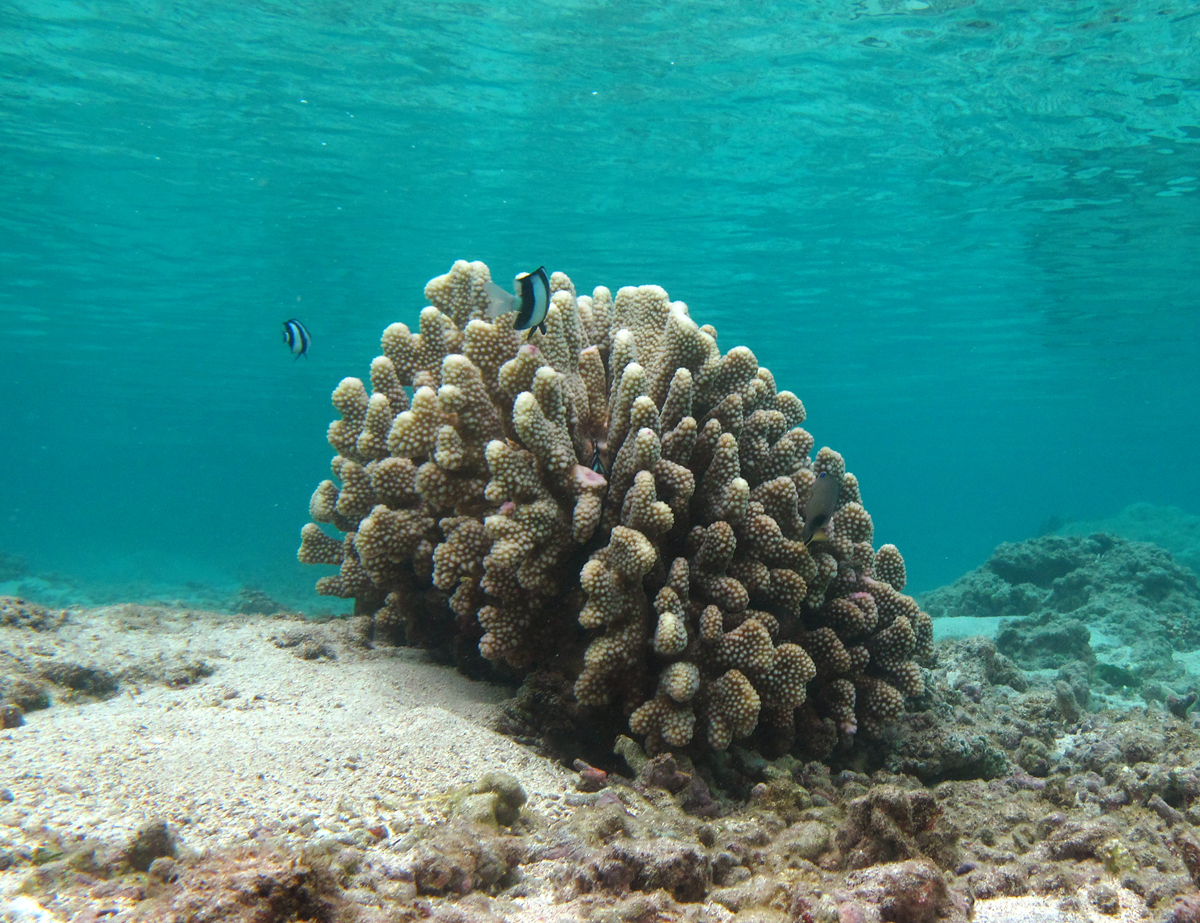
Corail-framboise brun (Pocillopora eydouxi)
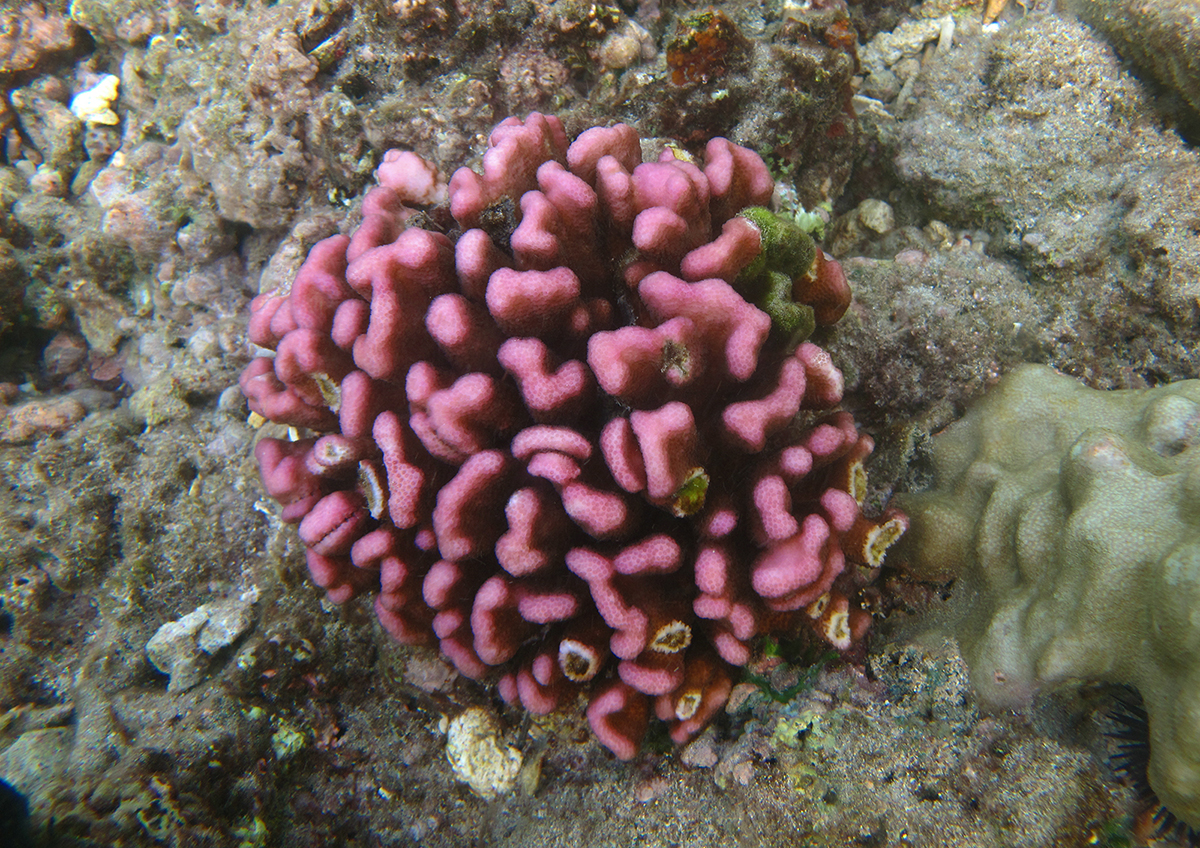
Pocillopora meandrina
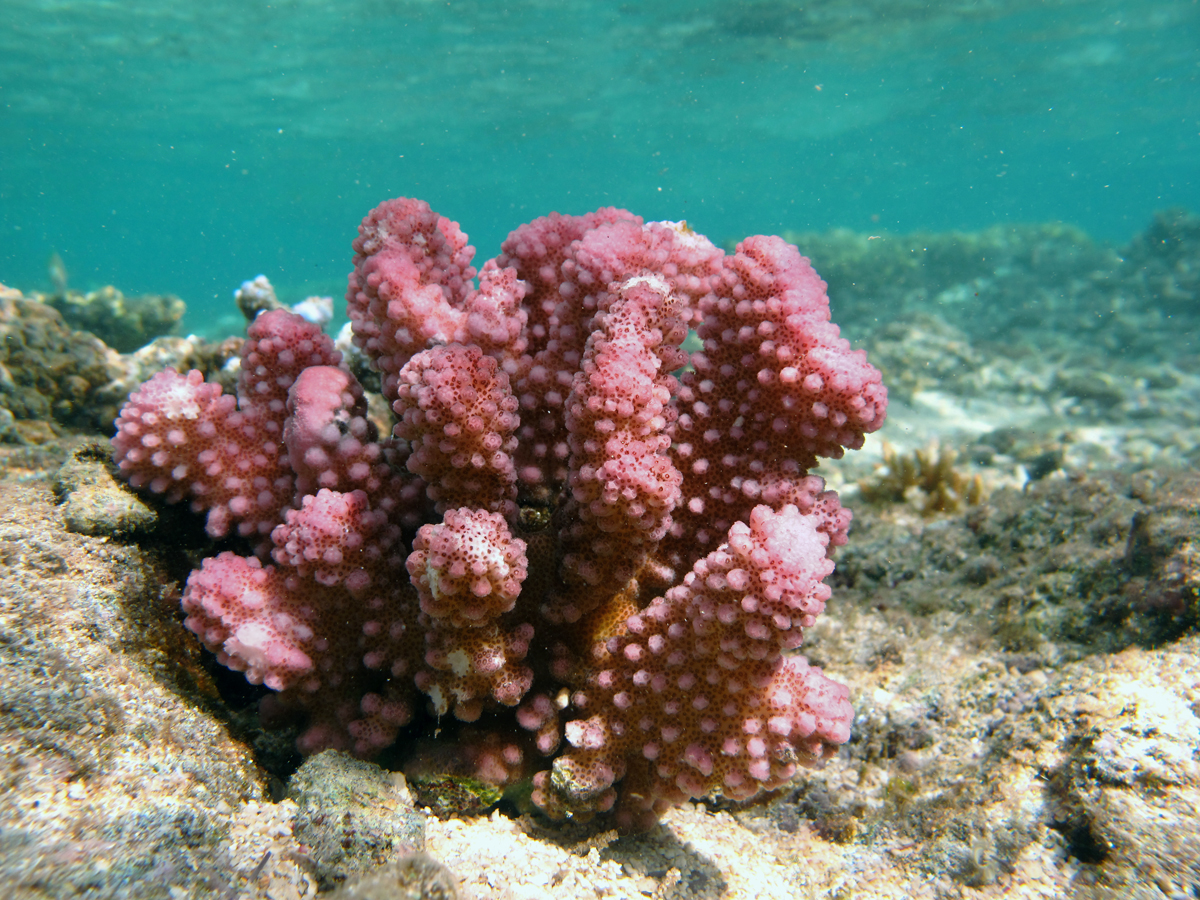
Corail framboise (Pocillopora verrucosa)
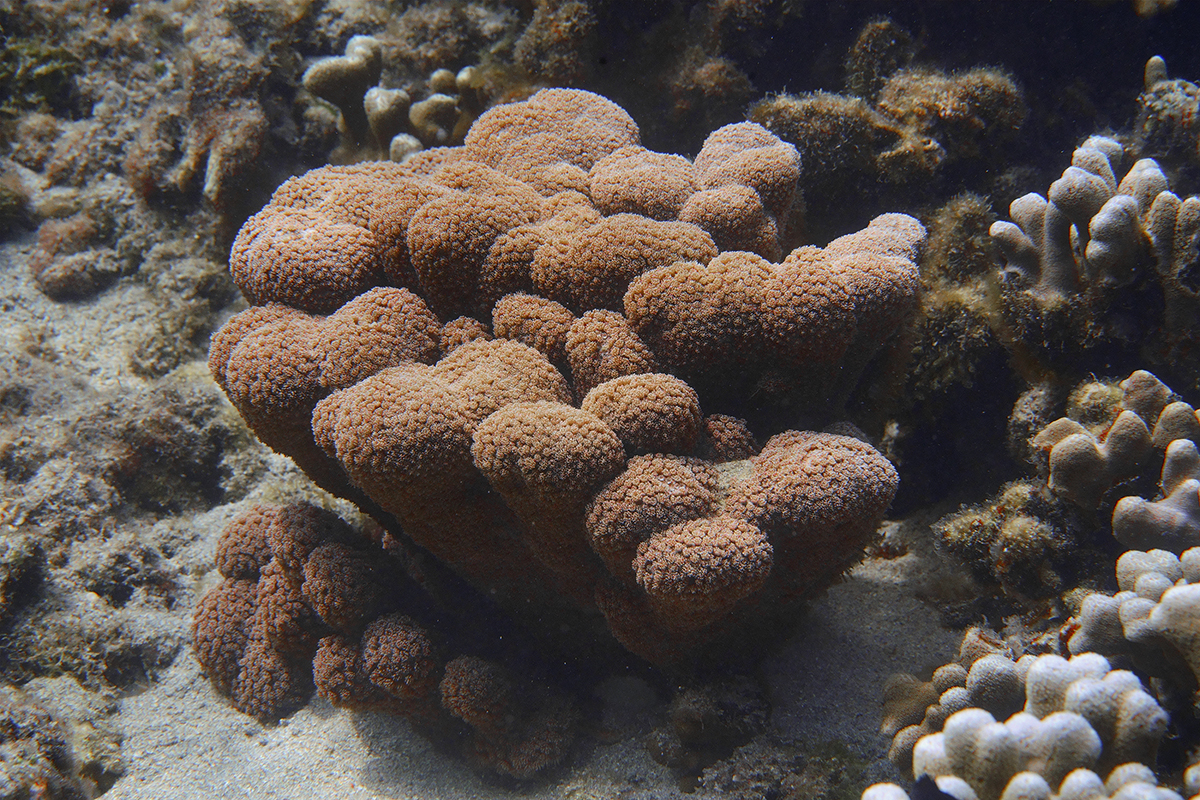
Goniopora lobata
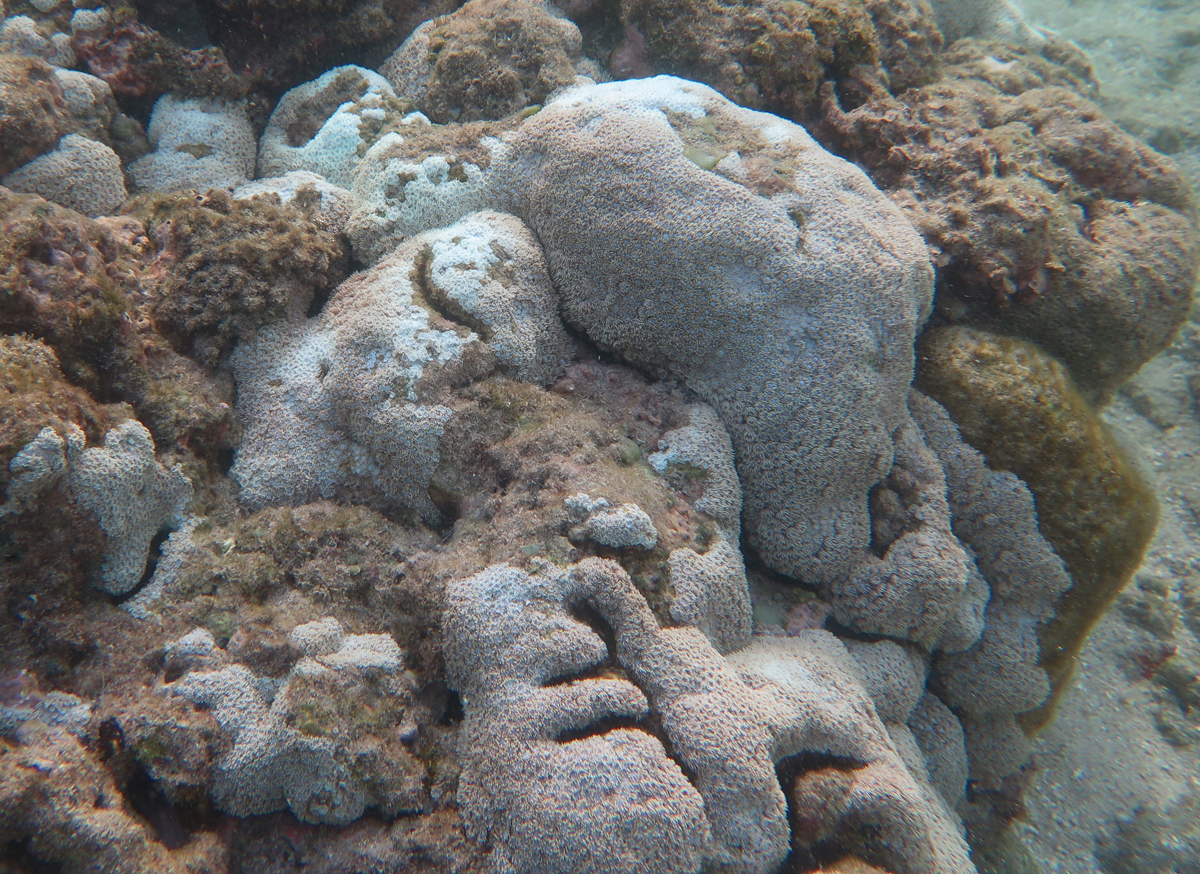
Goniopora mauritiensis (blanchissant)
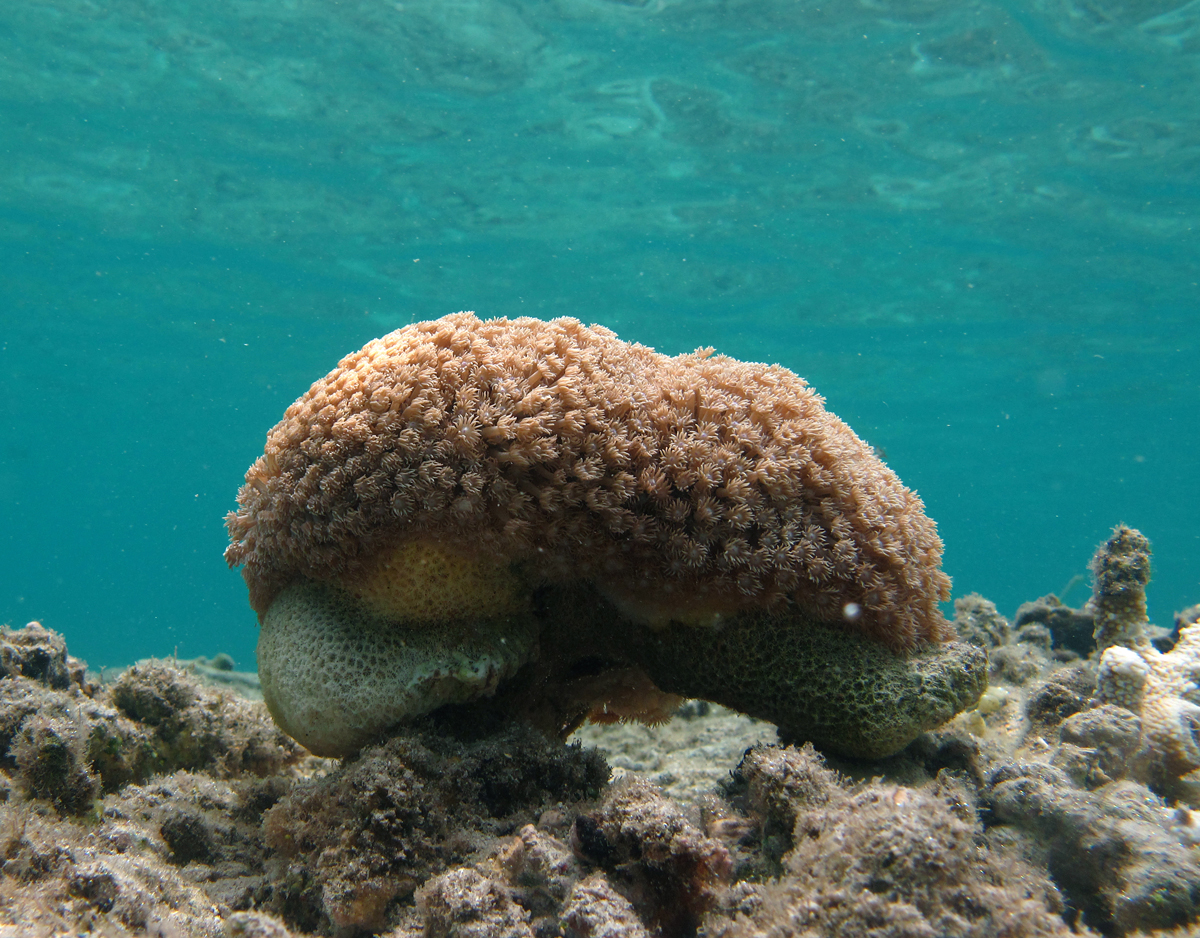
Goniopora sp.
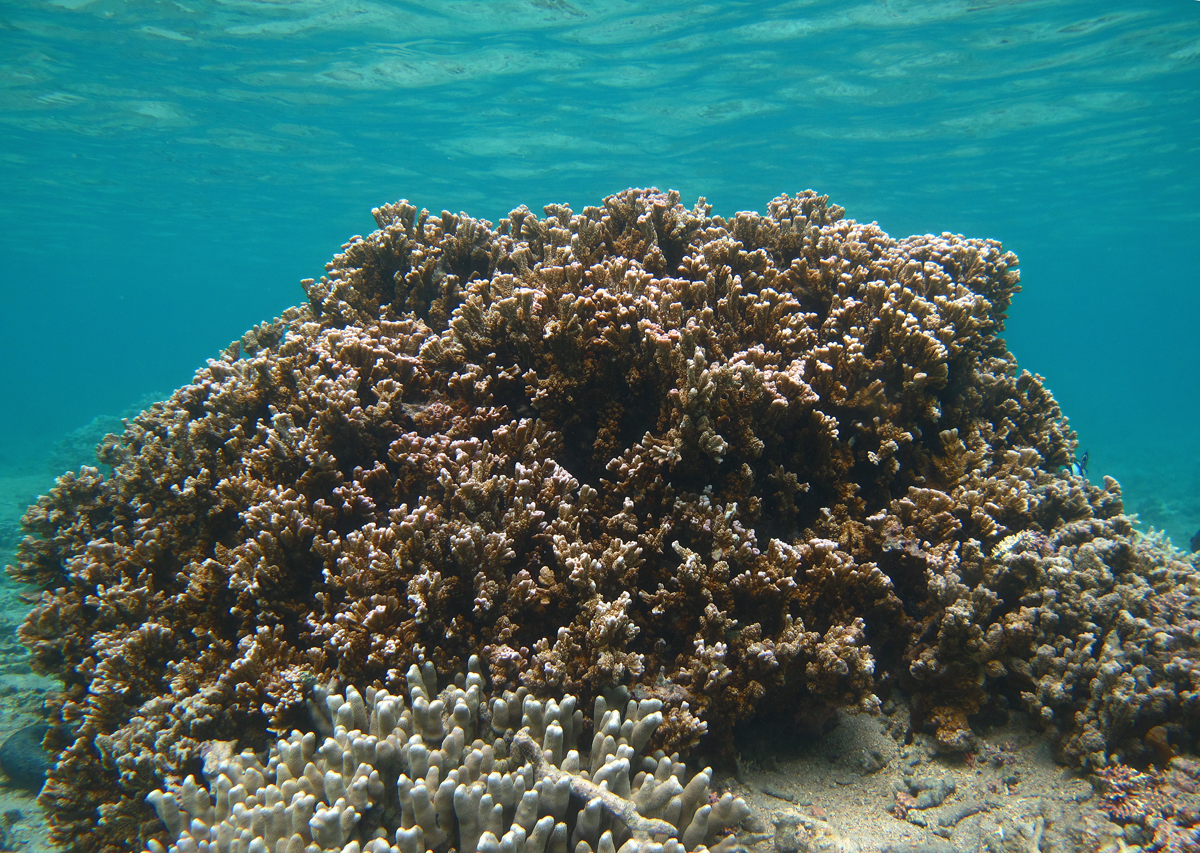
Montipora circumvallata?
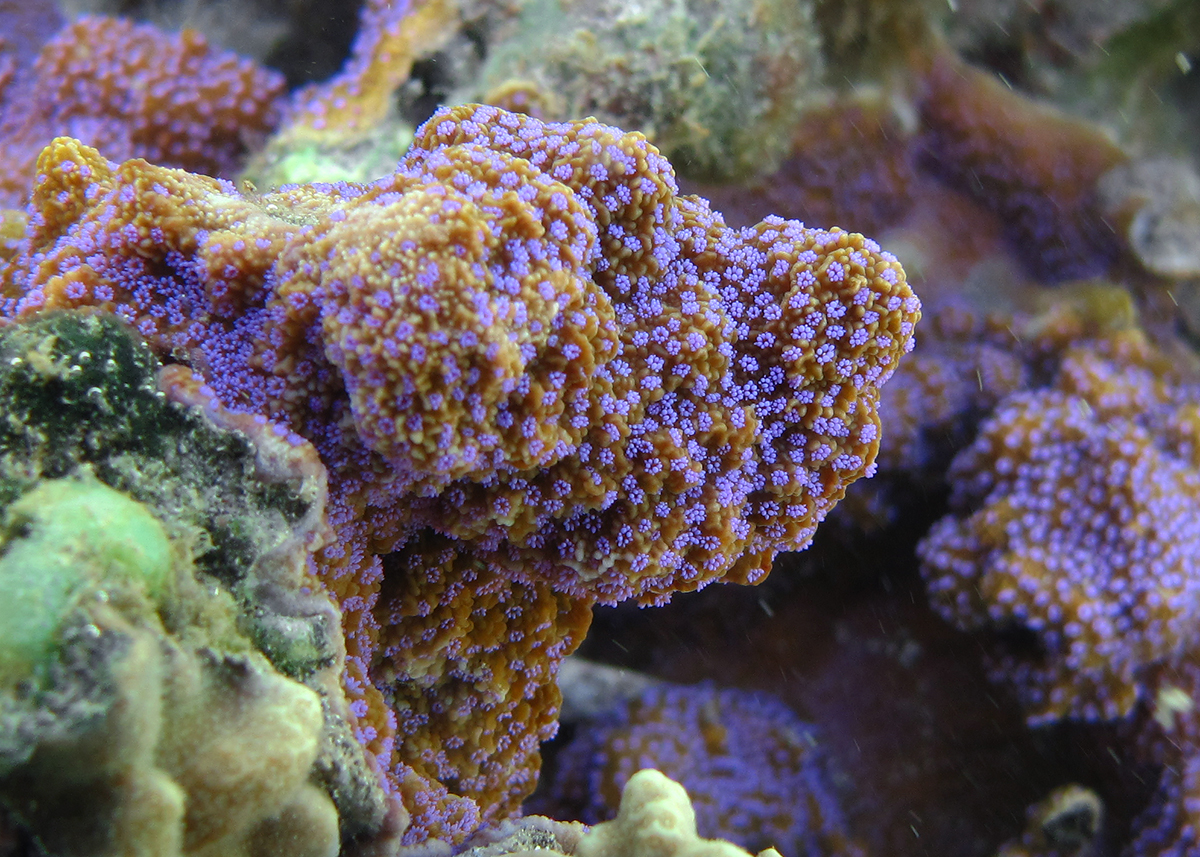
Montipora tuberculosa
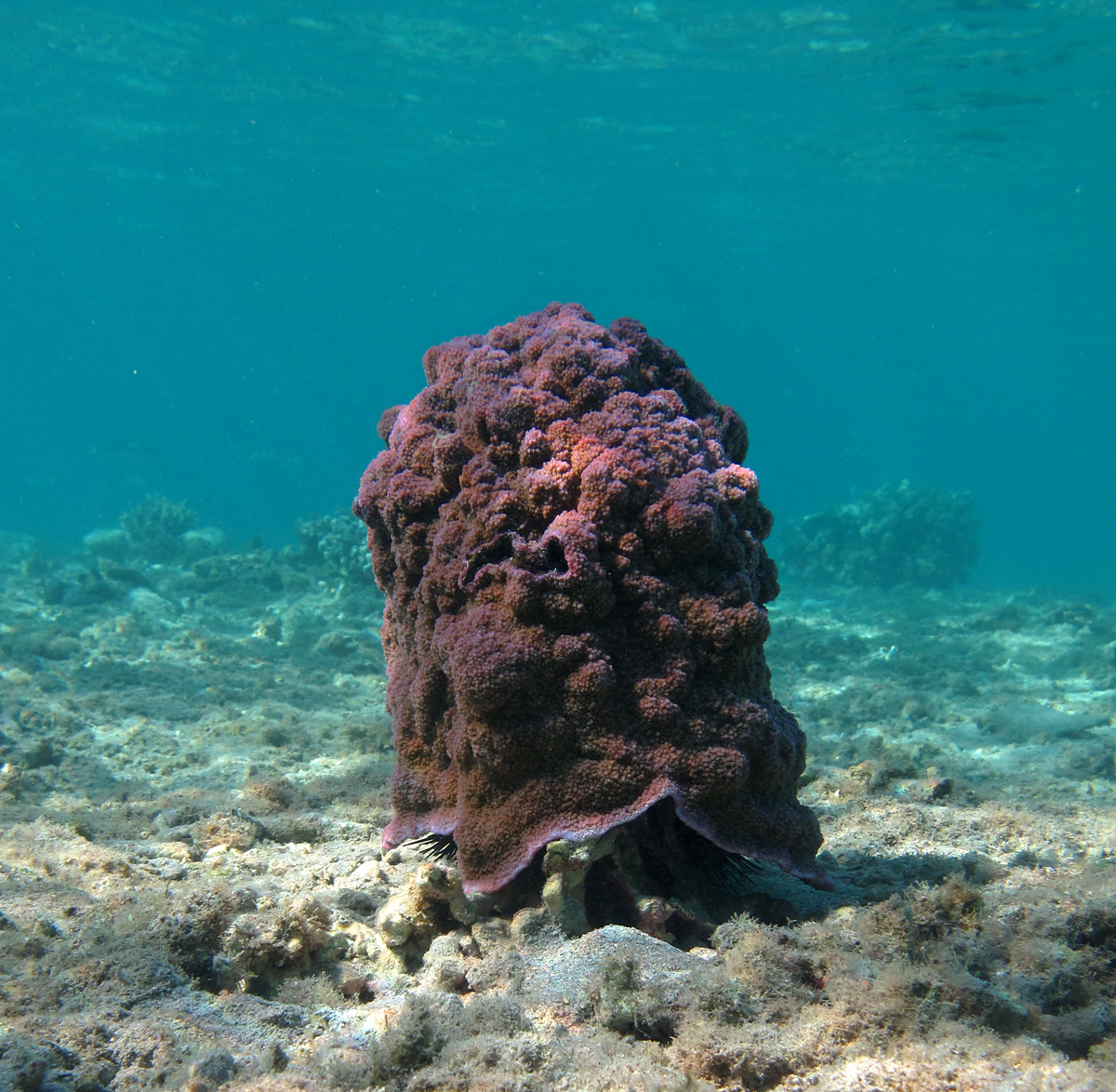
Corail Montipora sp.
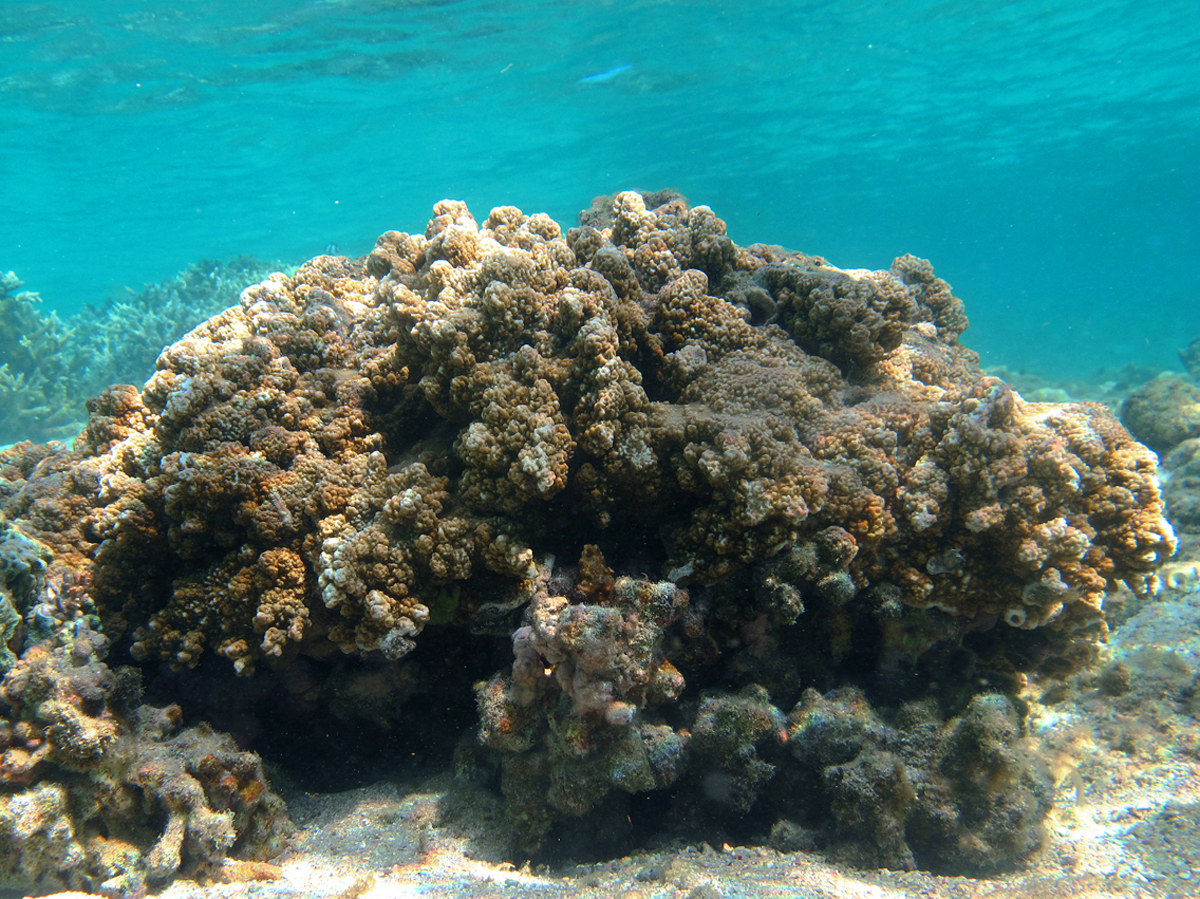
Corail Montipora sp.
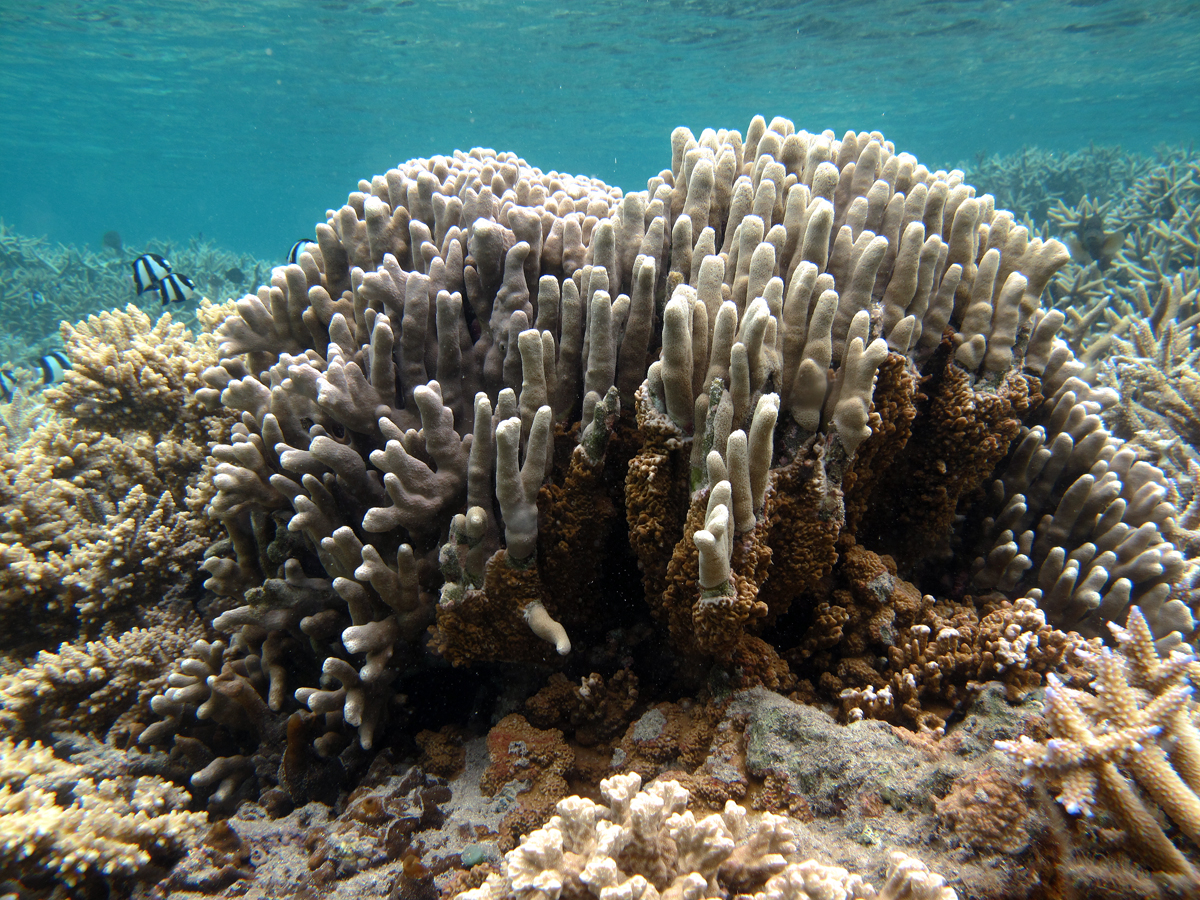
Porites compressa
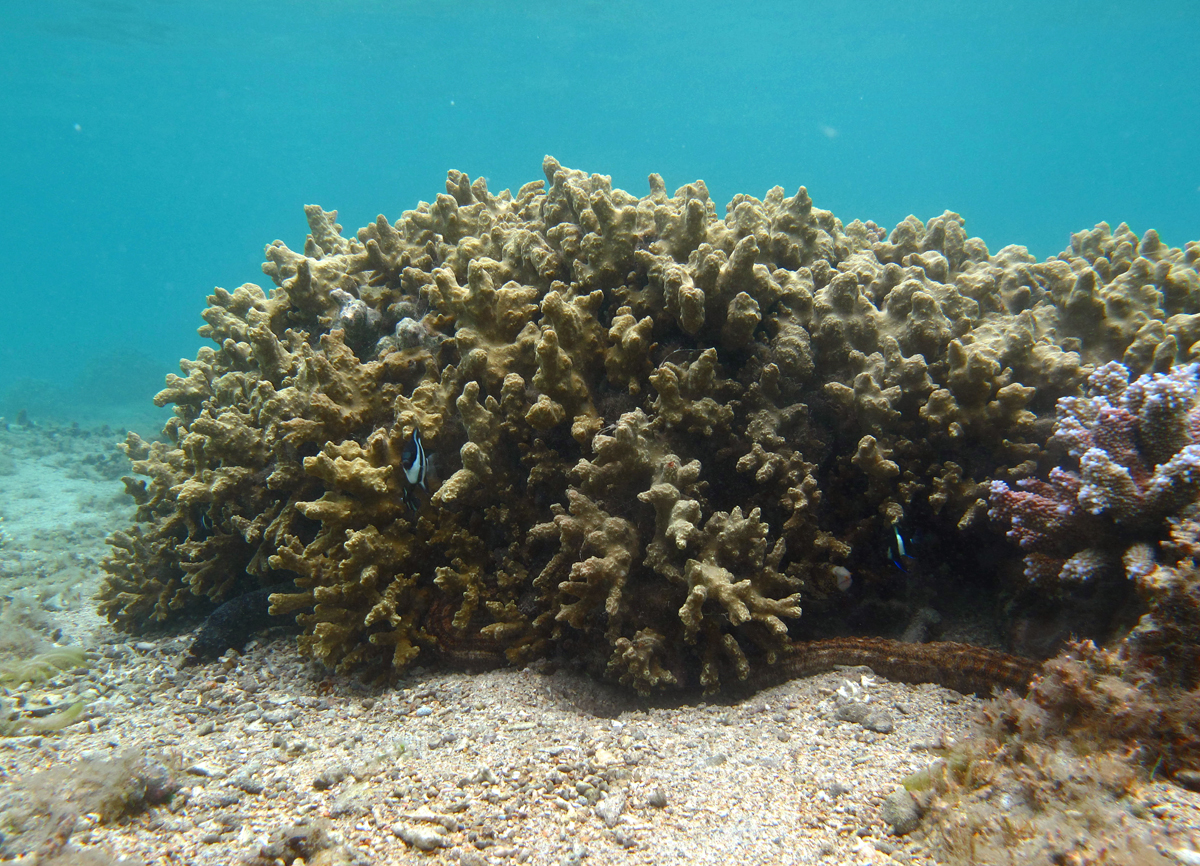
Porites cylindrica
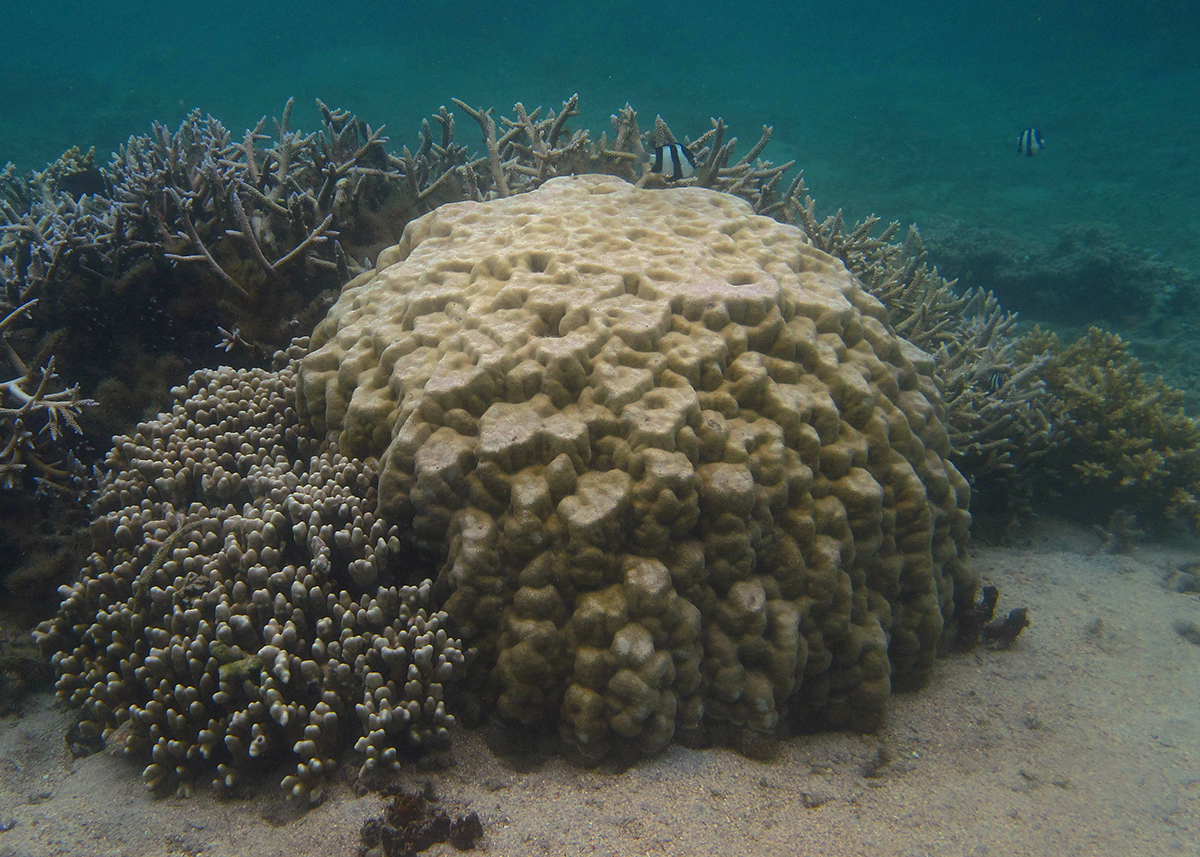
Porites lobata
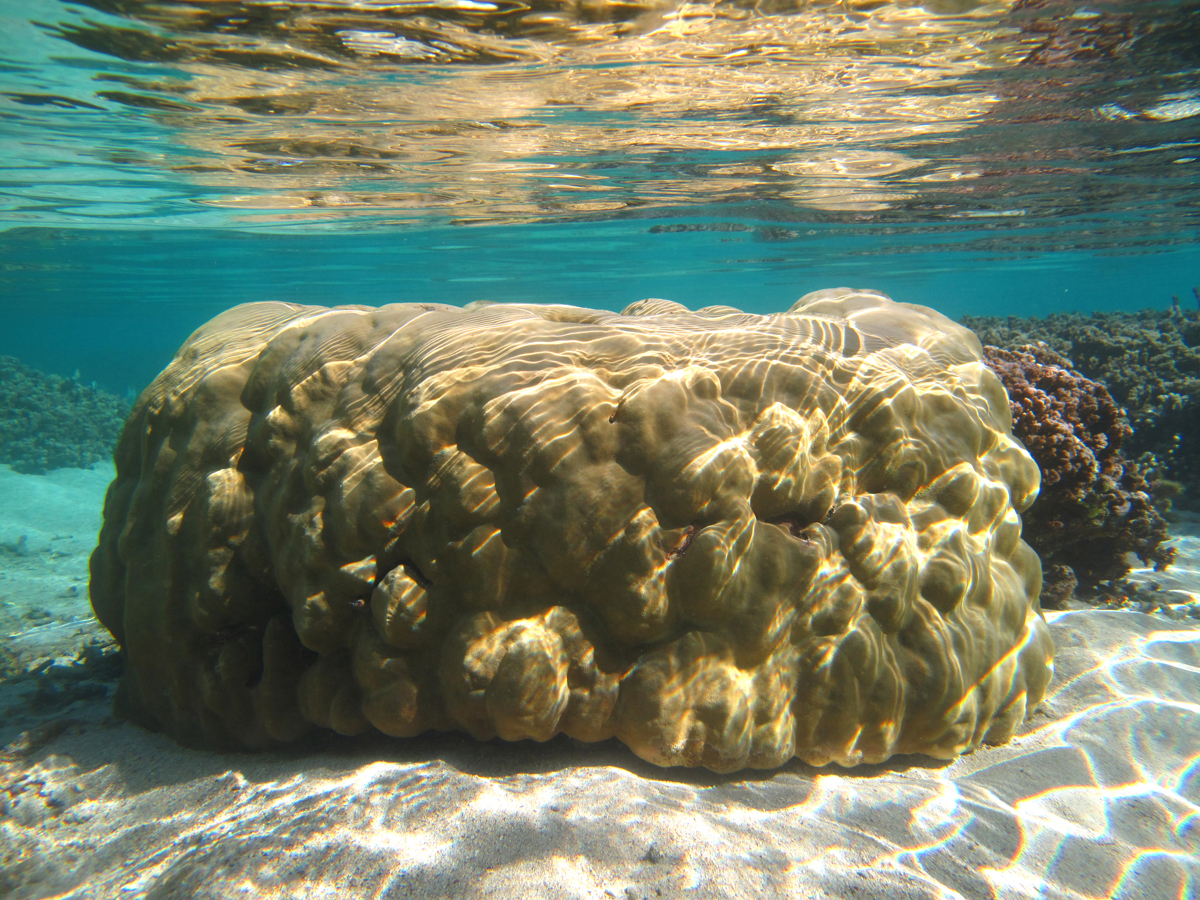
Corail poreux montagneux (Porites lutea)
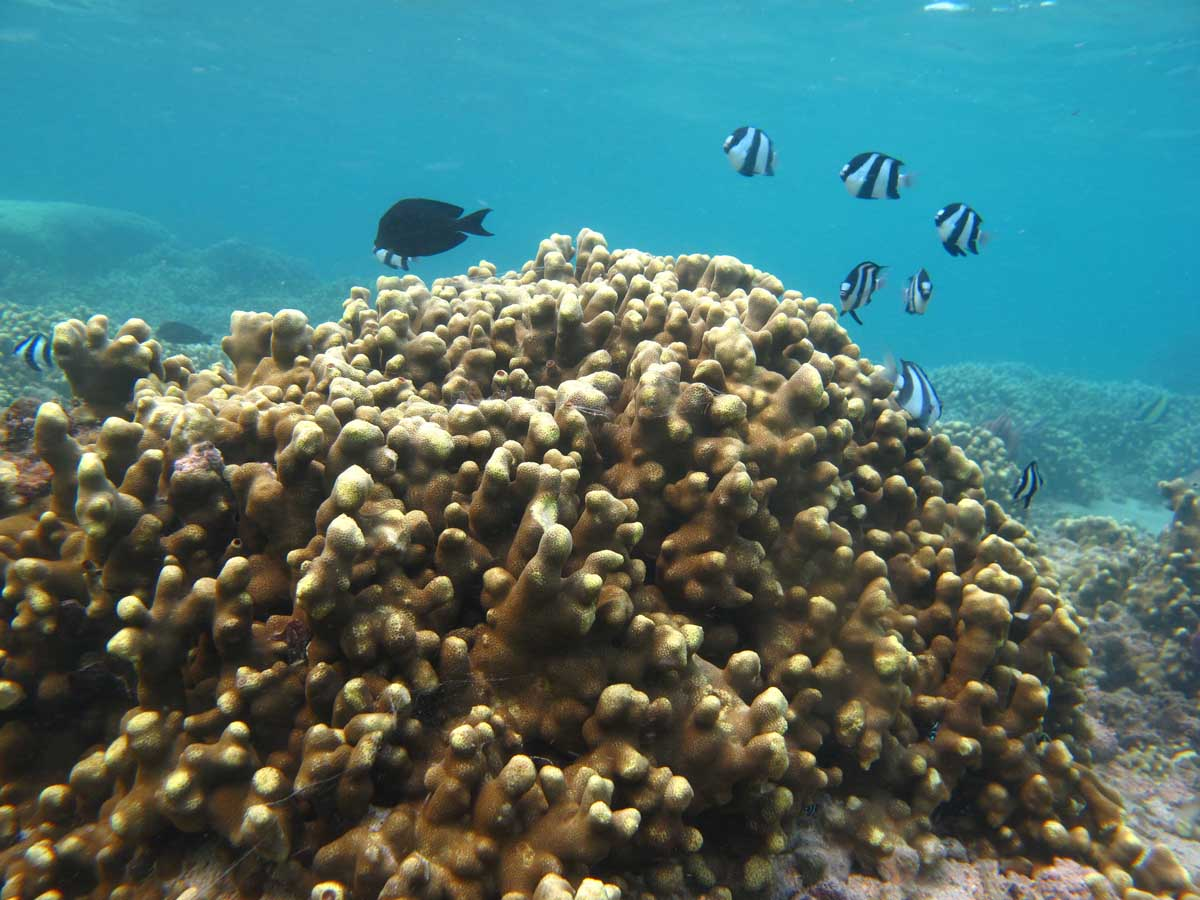
Porites nigrescens?
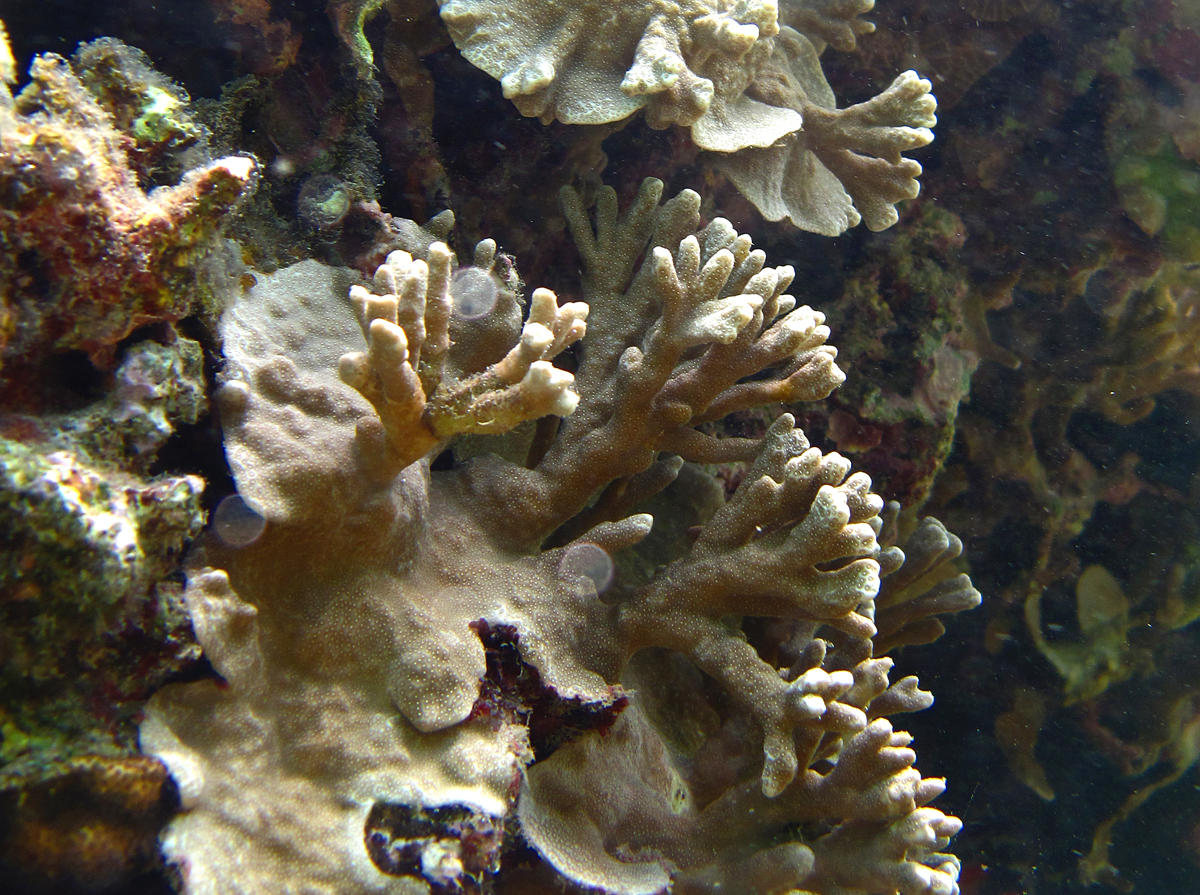
Porites rus
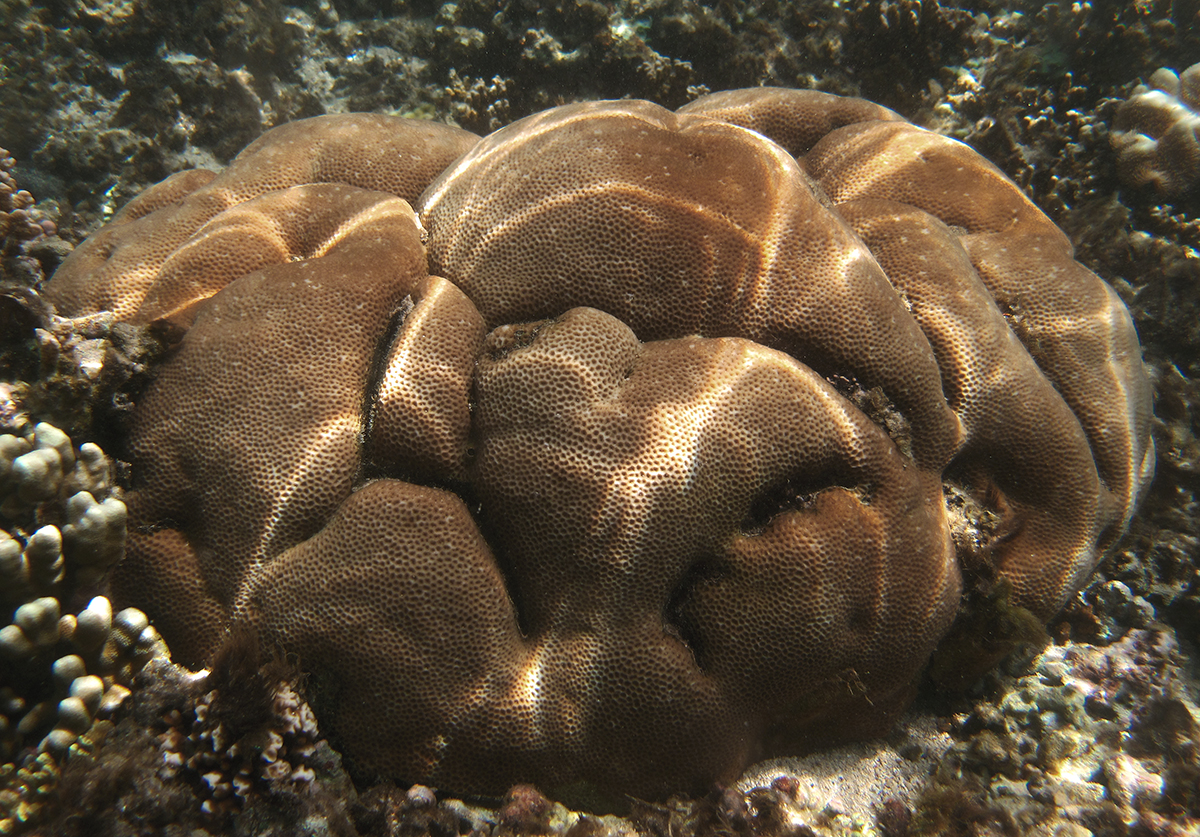
Porites solida
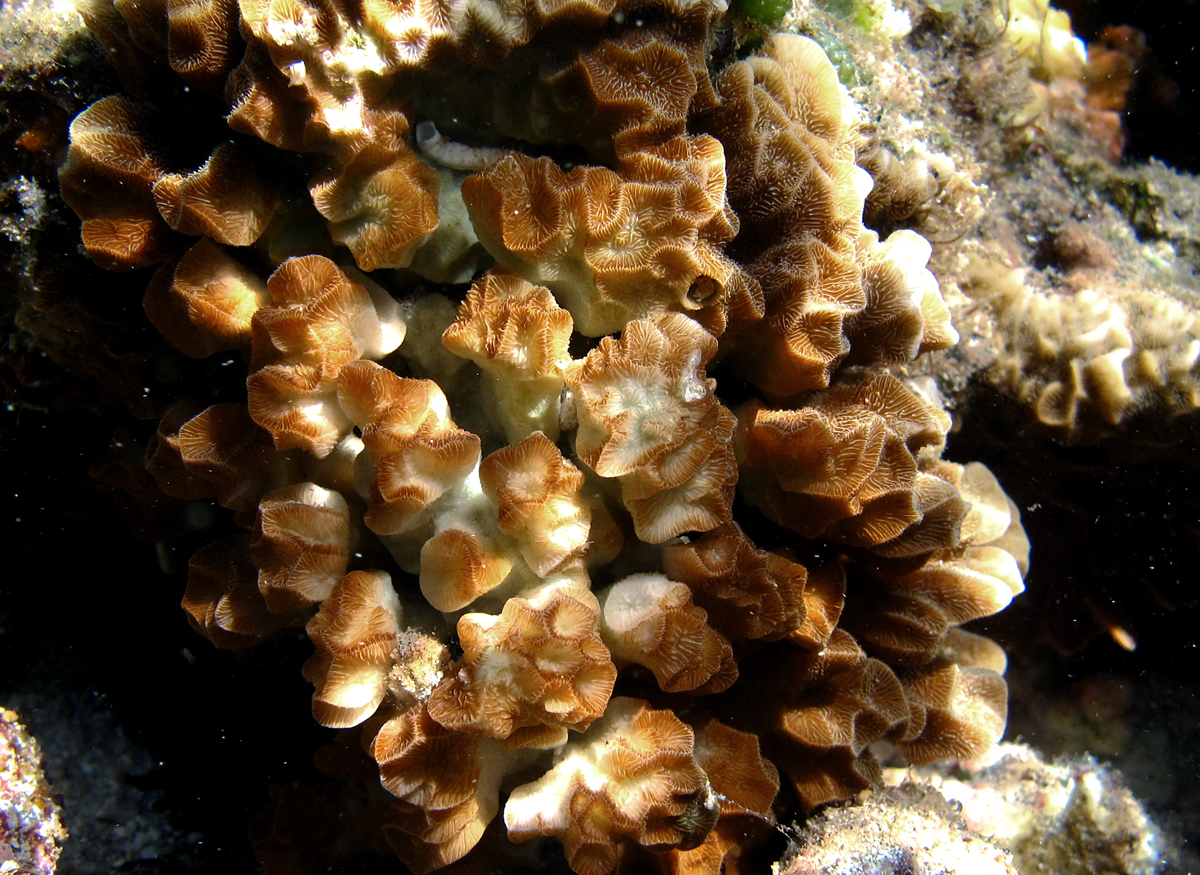
Psammocora contigua?
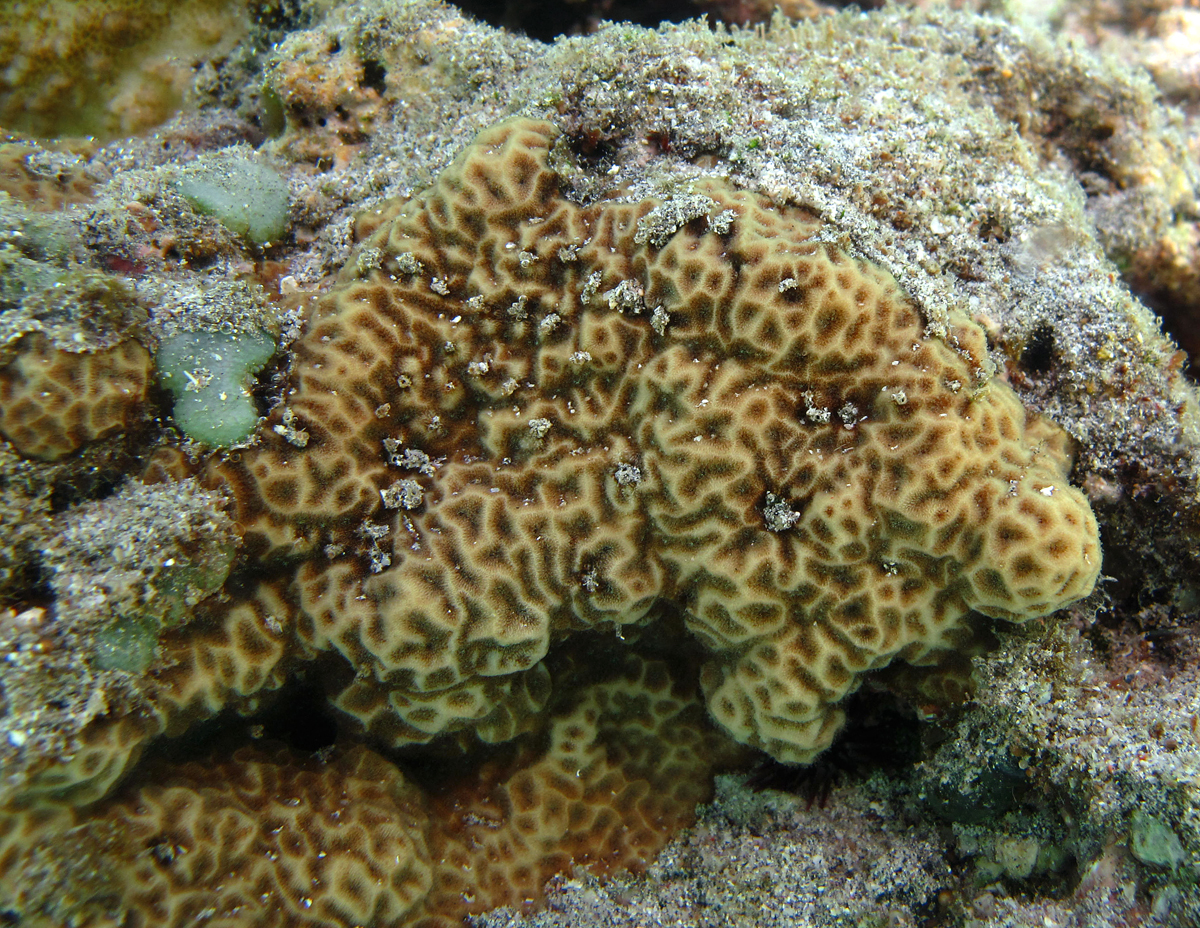
Psammocora profundacella?
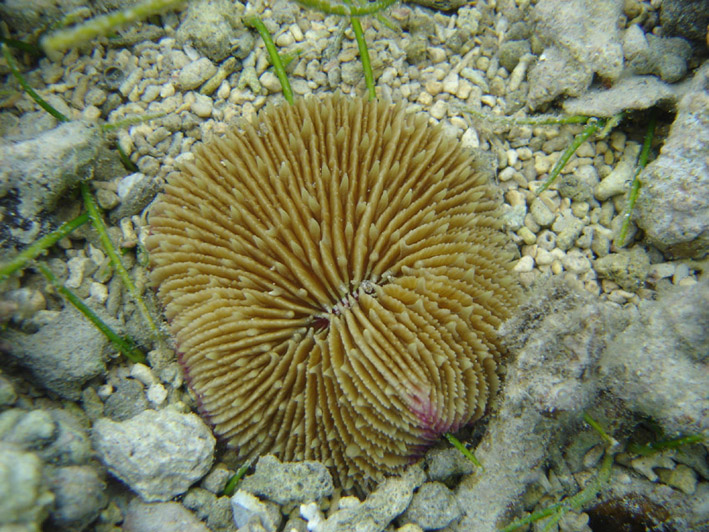
Corail champignon (Lobactis scutaria?)
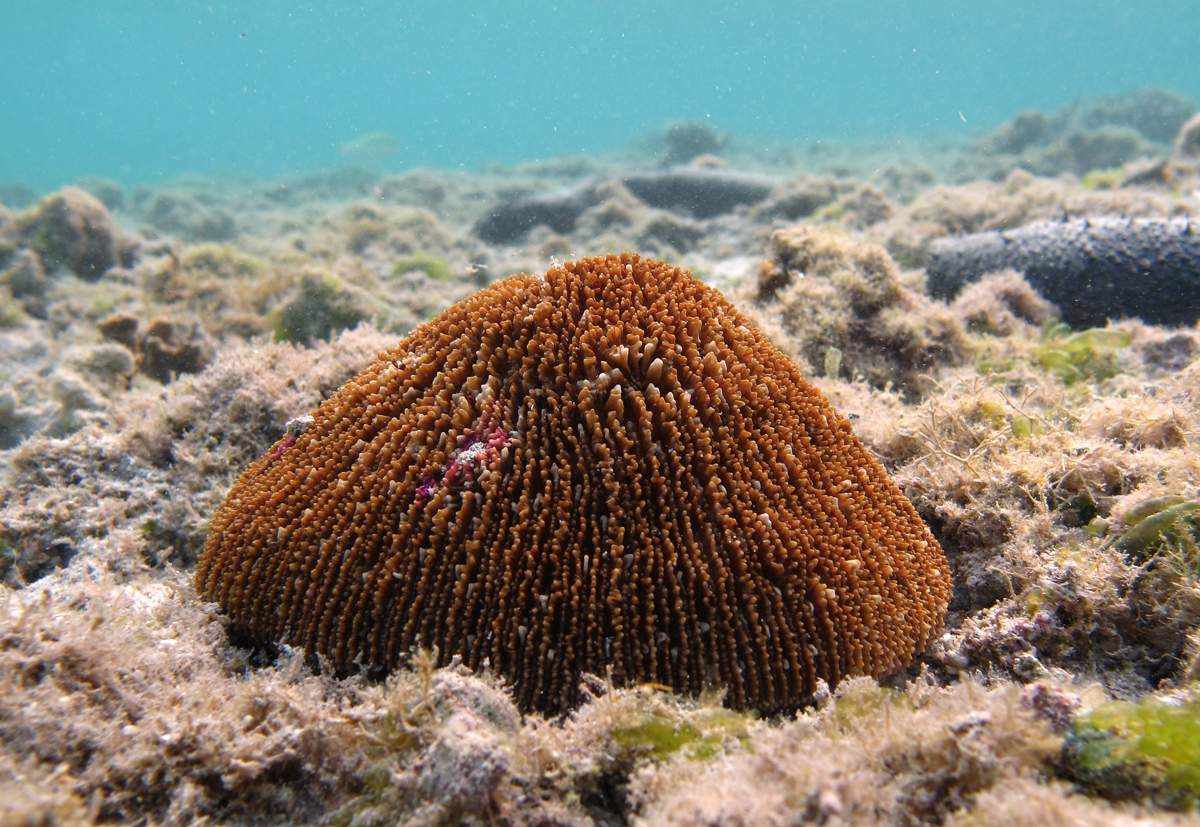
Corail-champignon hirsute (Danafungia horrida)
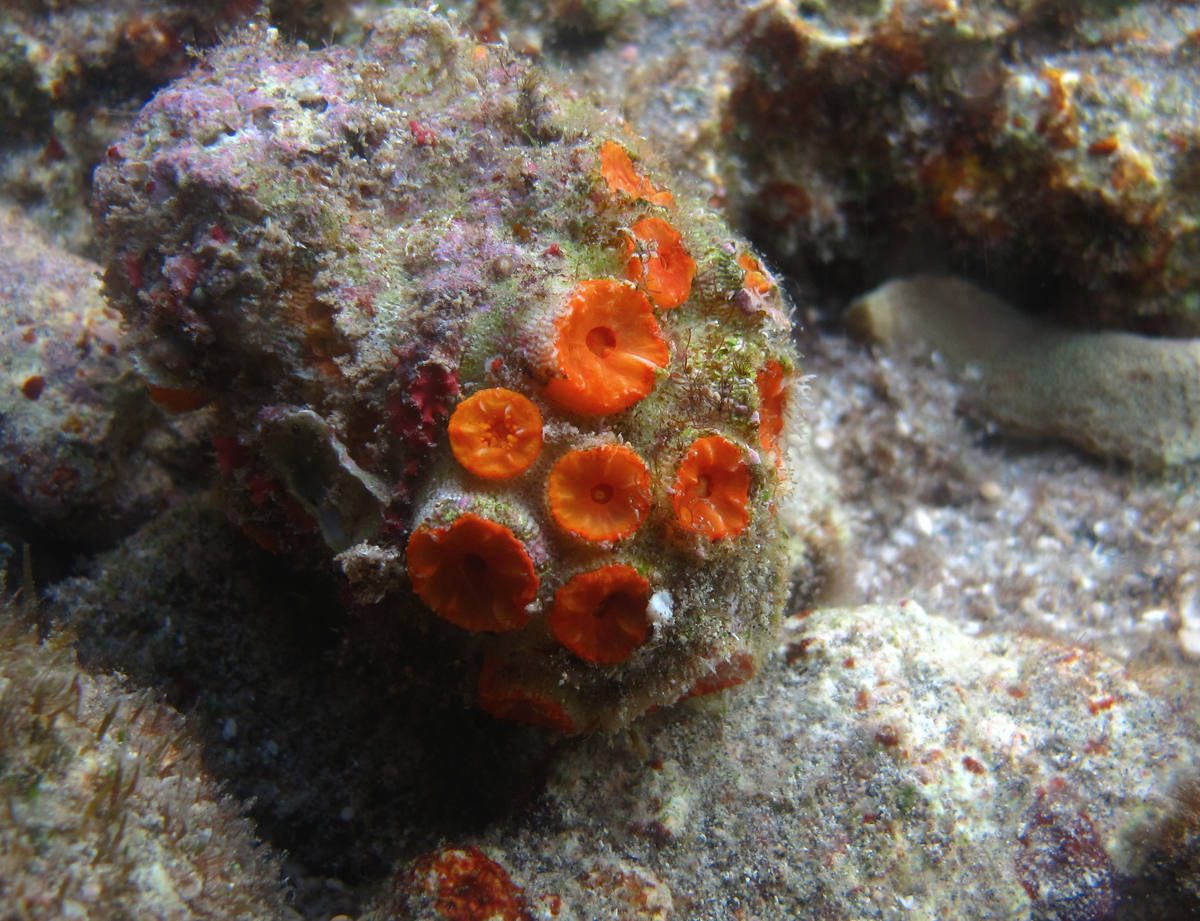
Tubastraea coccinea
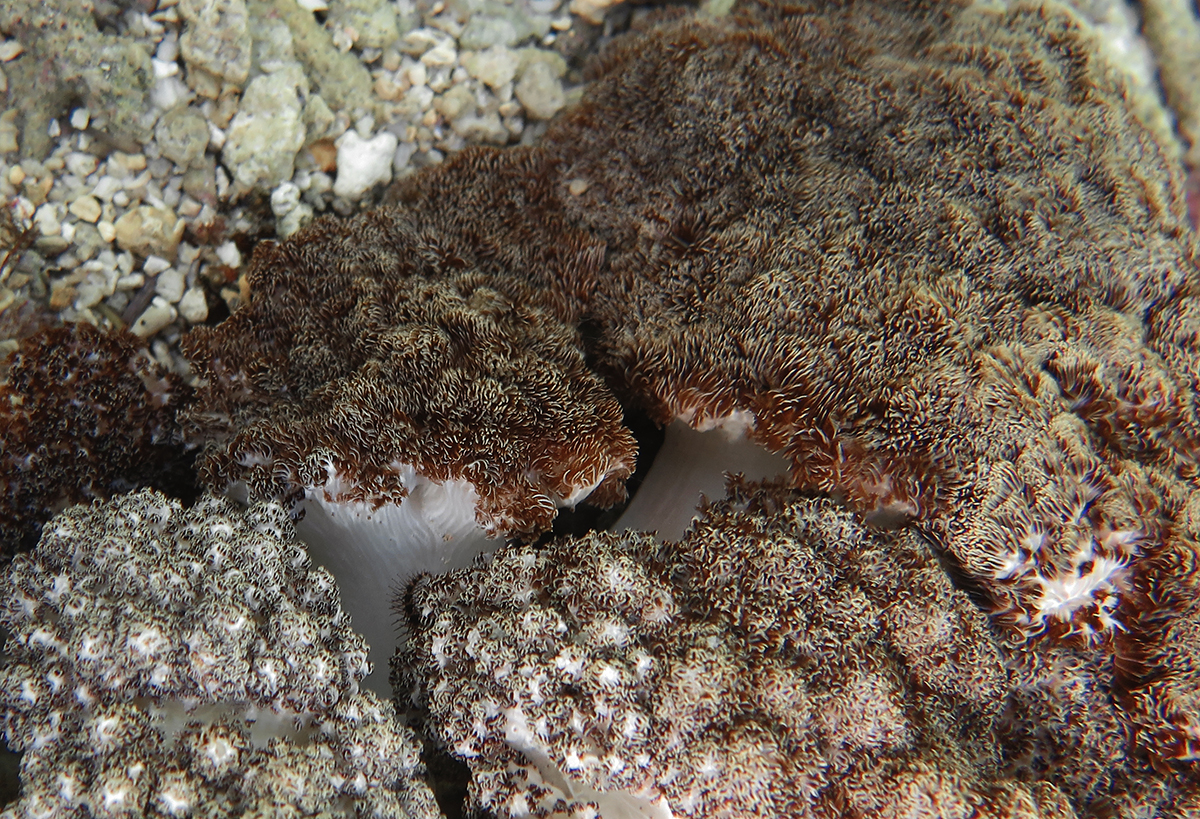
Xenia sp.?
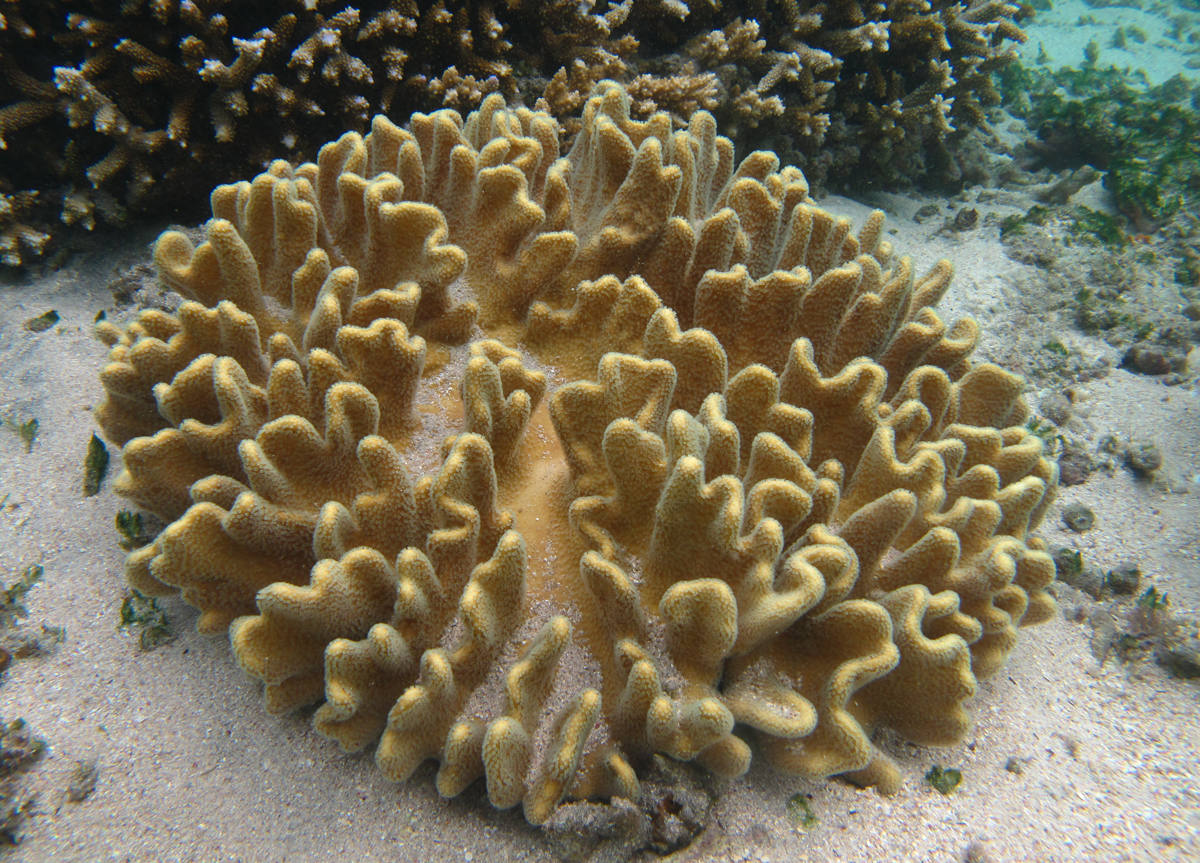
Corail mou Lobophytum crassum
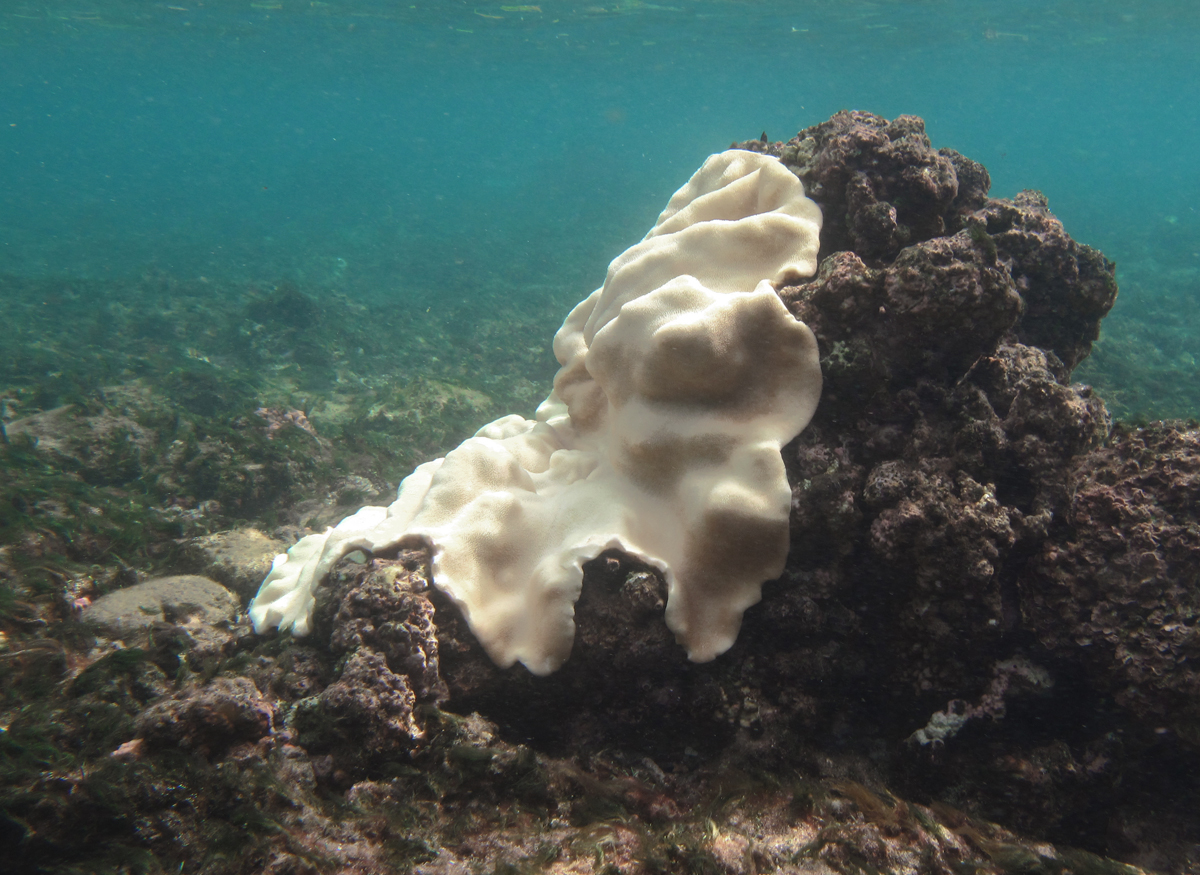
Corail mou Lobophytum depressum?
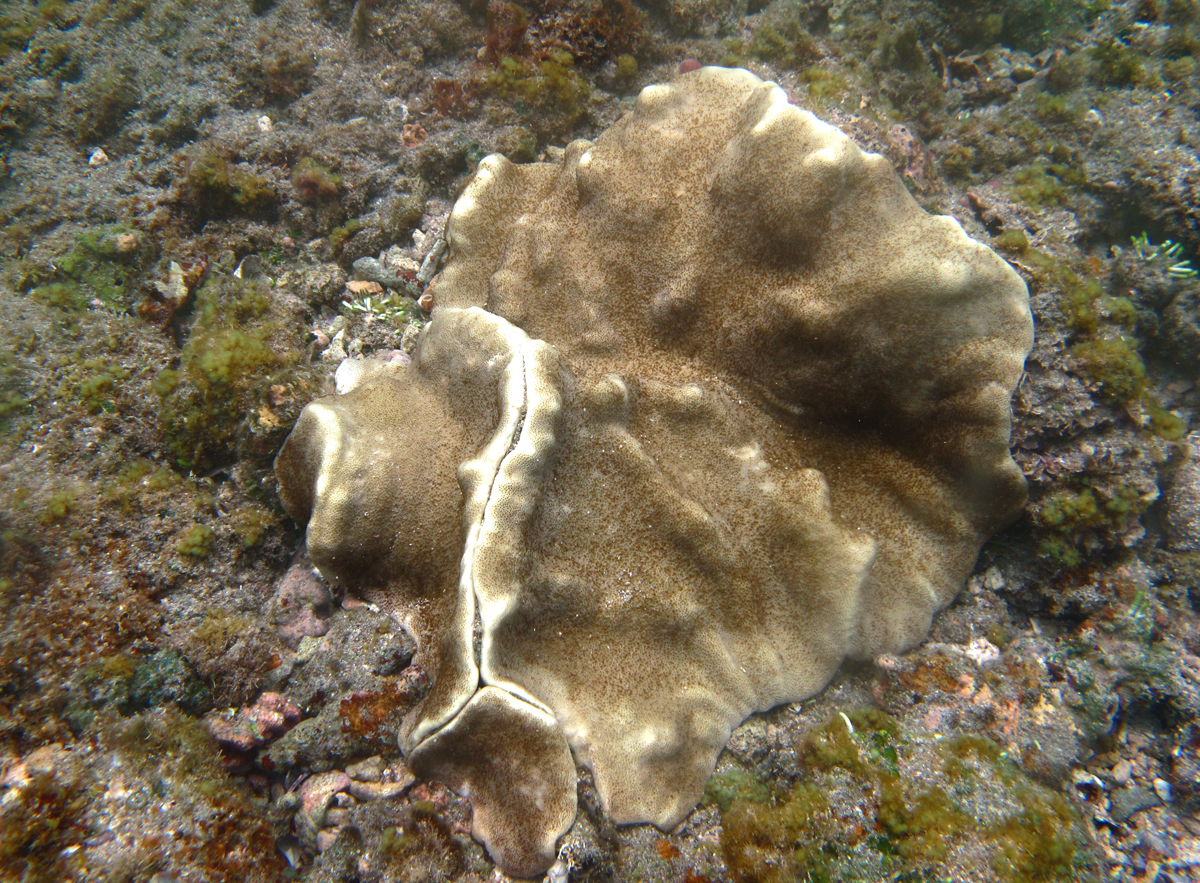
Corail mou Lobophytum latilobatum?
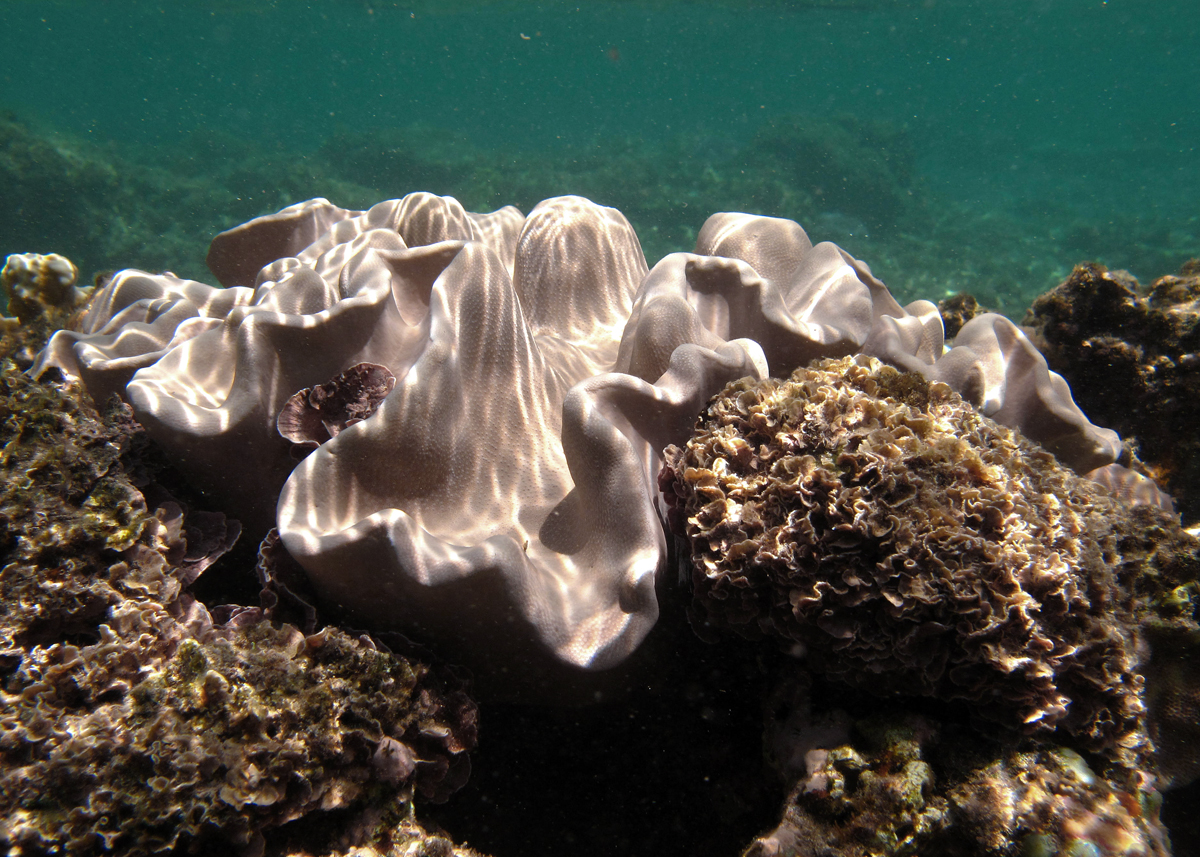
Sarcophyton roseum?
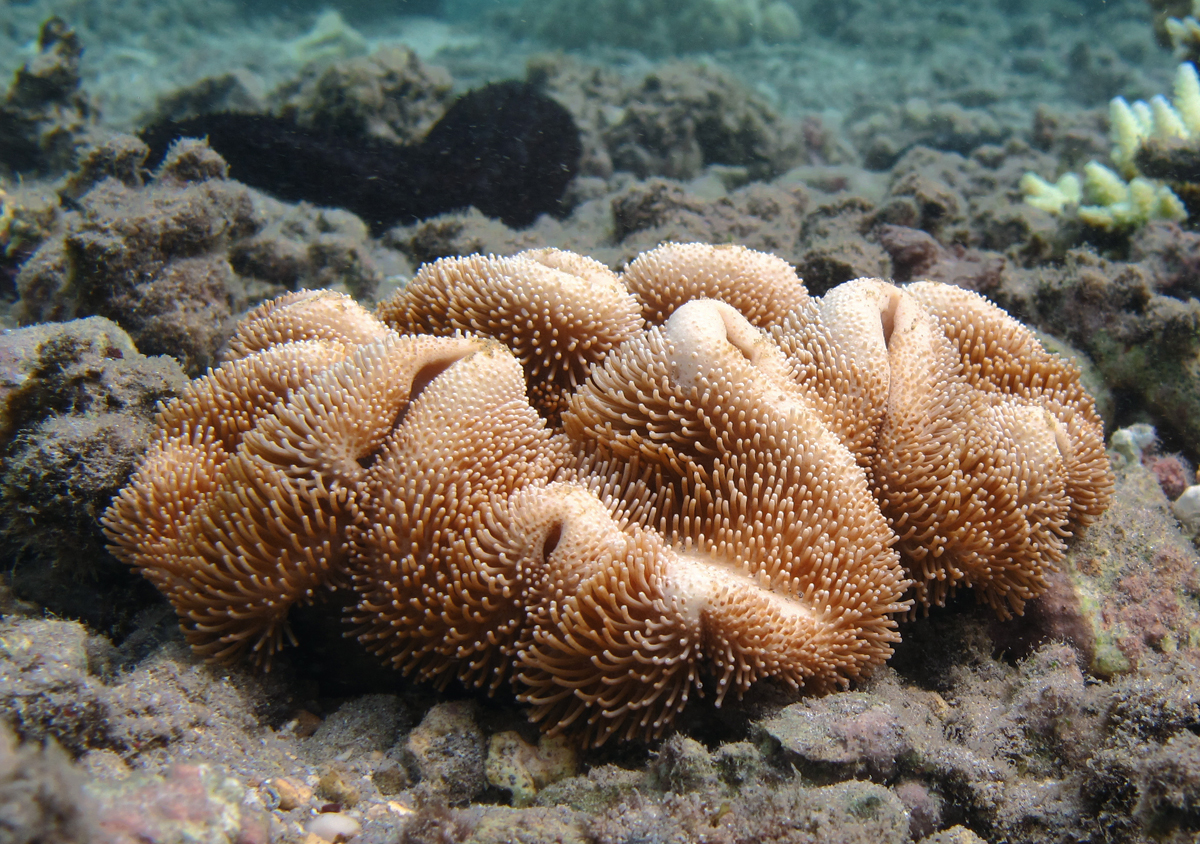
Sarcophyton trocheliophorum
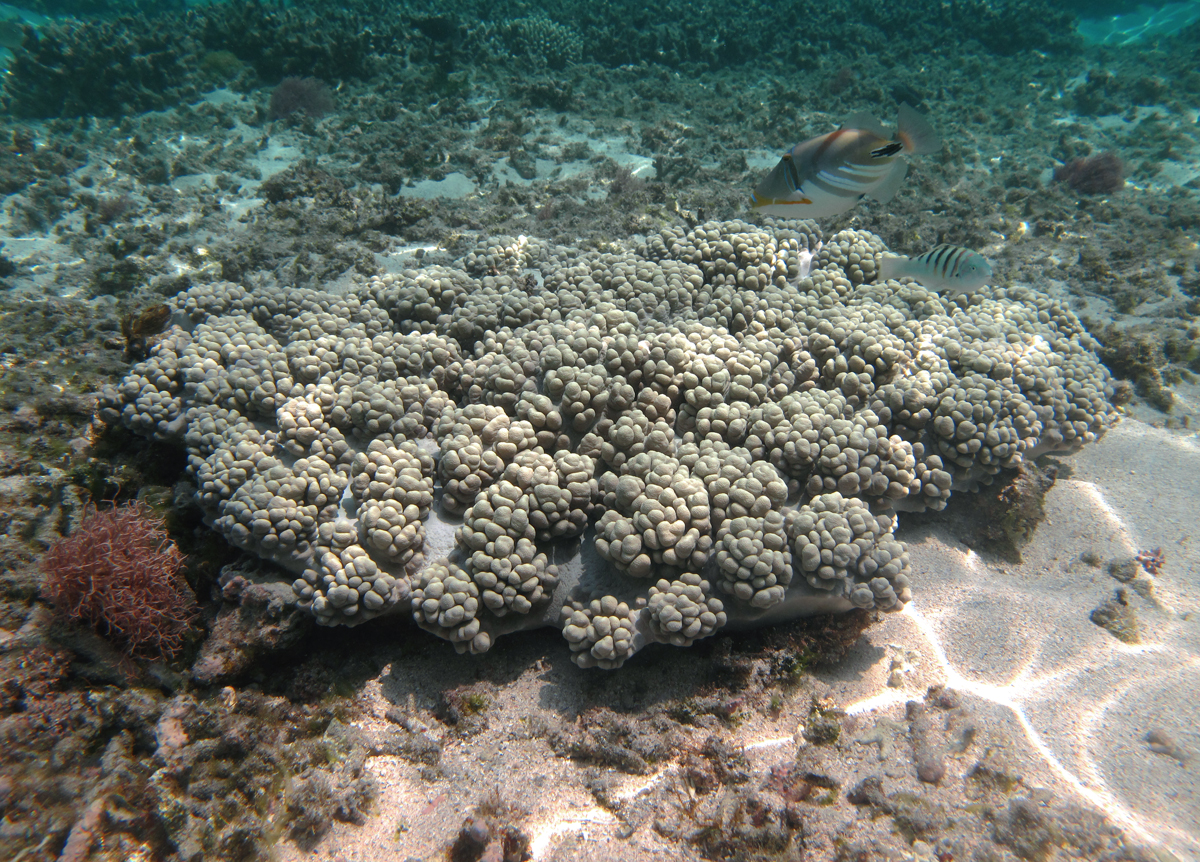
Corail mou Sinularia gibberosa?
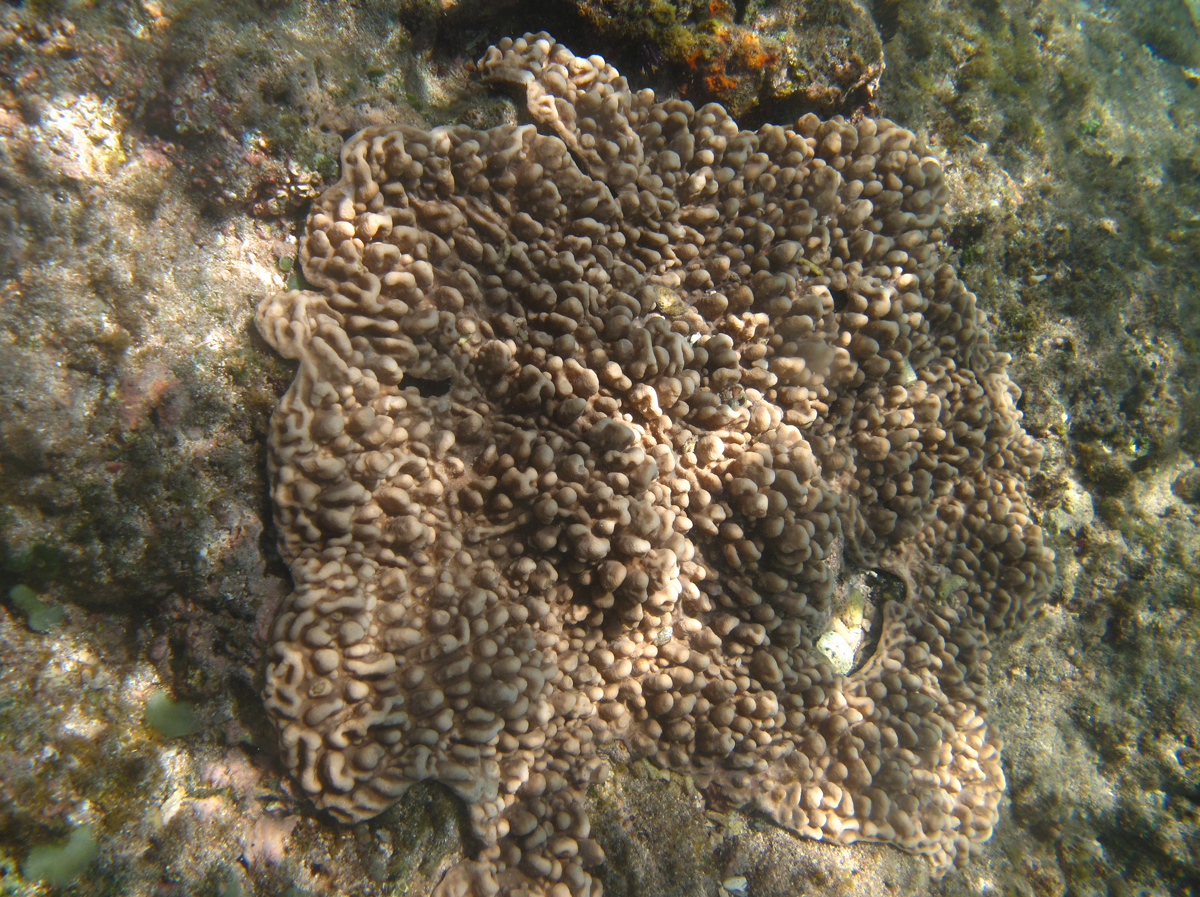
Sinularia gravis
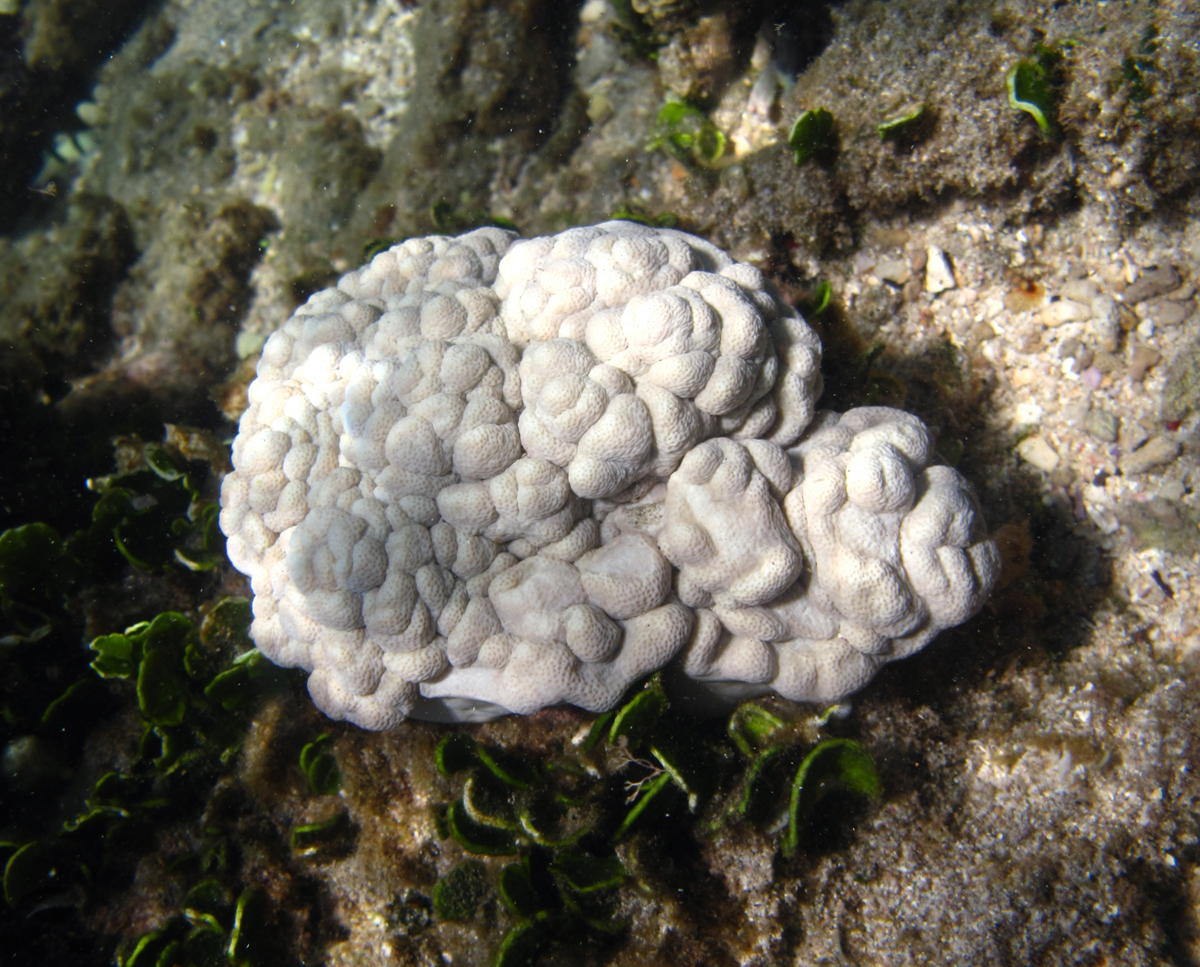
Sarcophyton schlagmani?
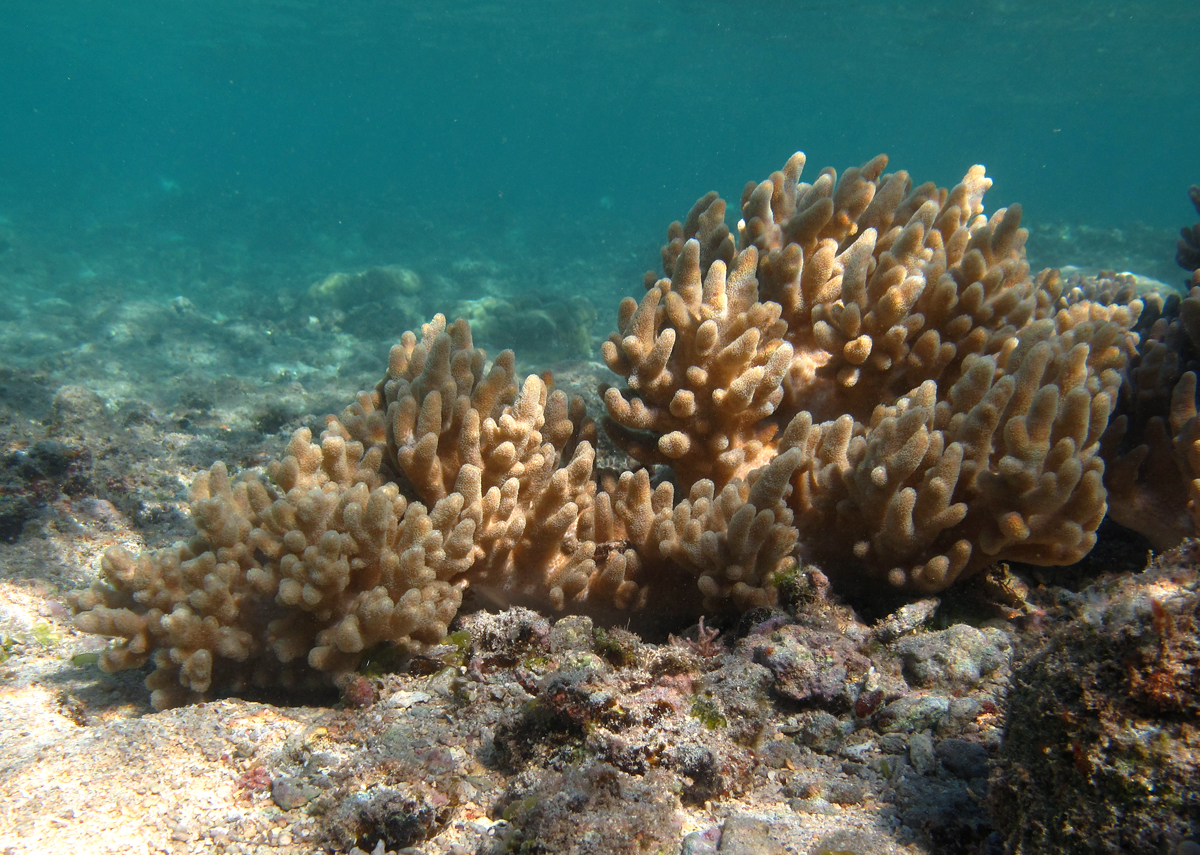
Corail mou Sinularia sp.
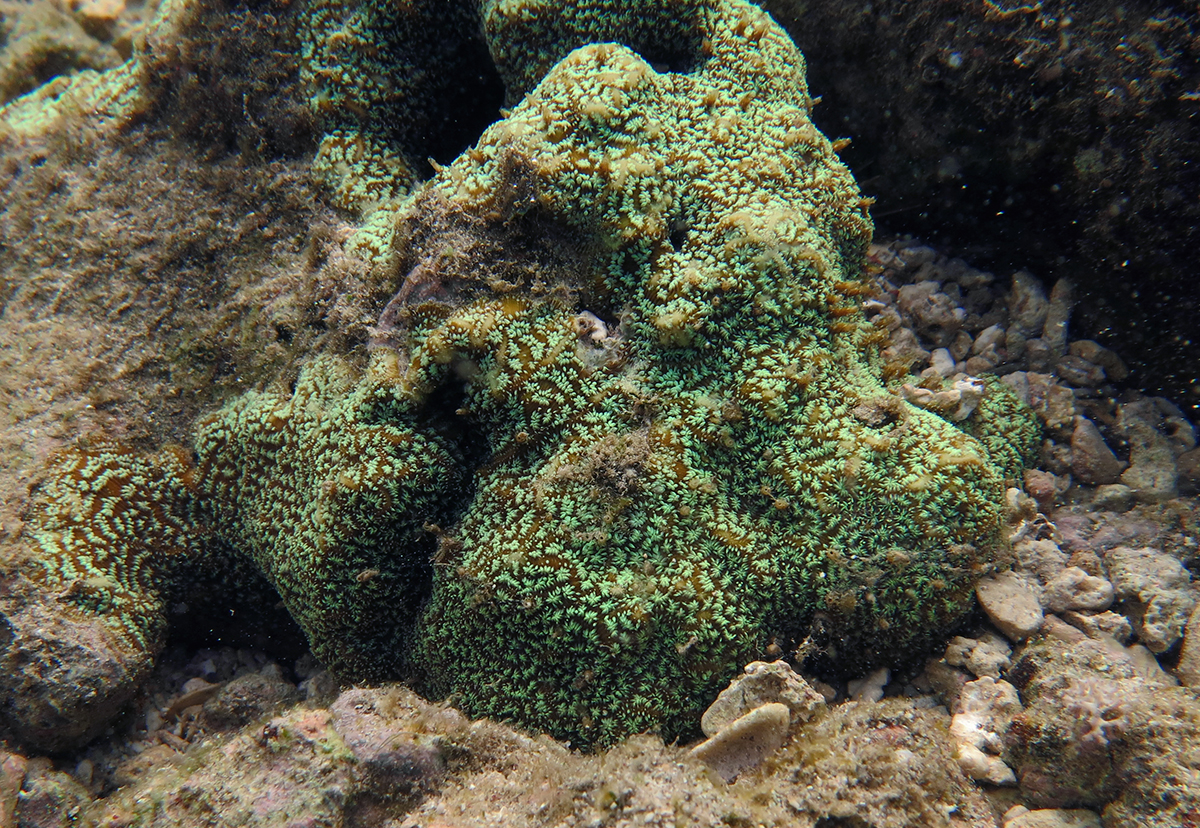
Un corail non identifié.
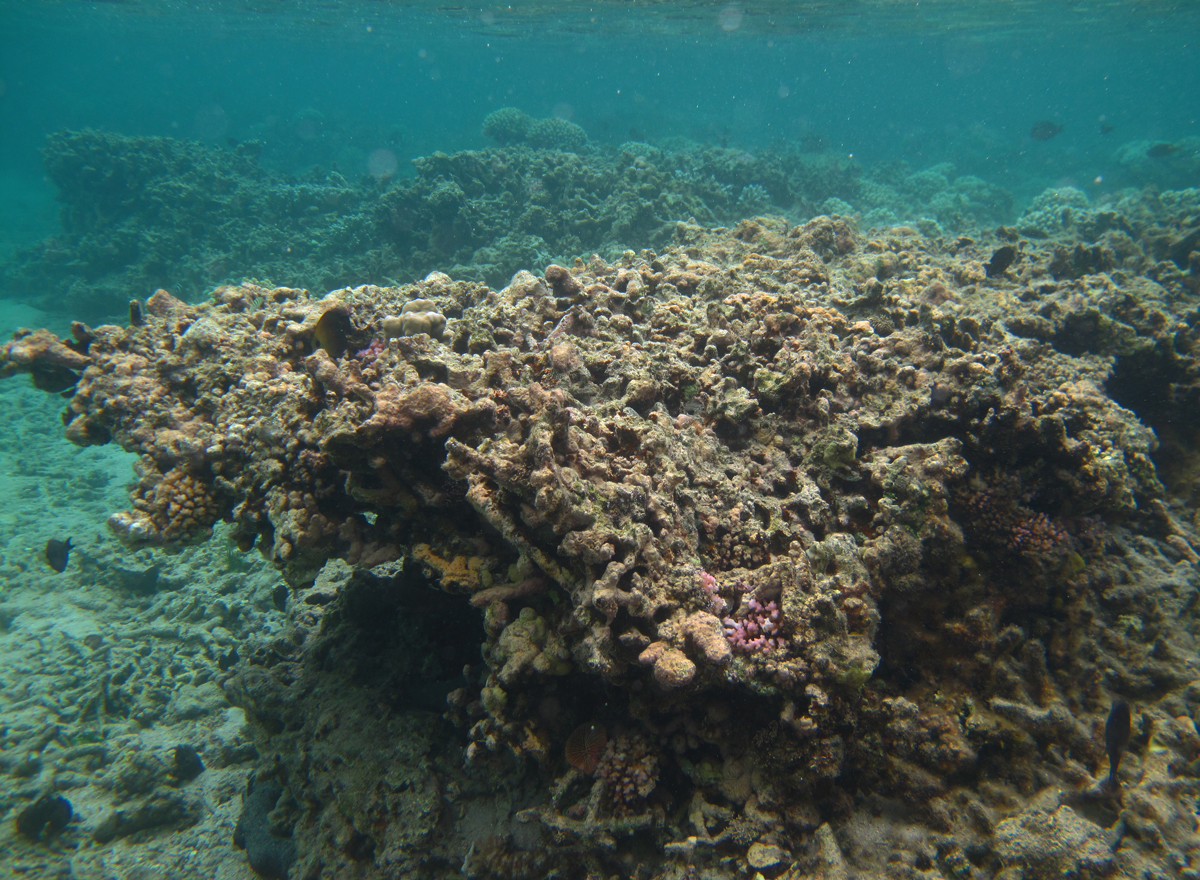
Corail dégradé en certaines parties du platier corallien.
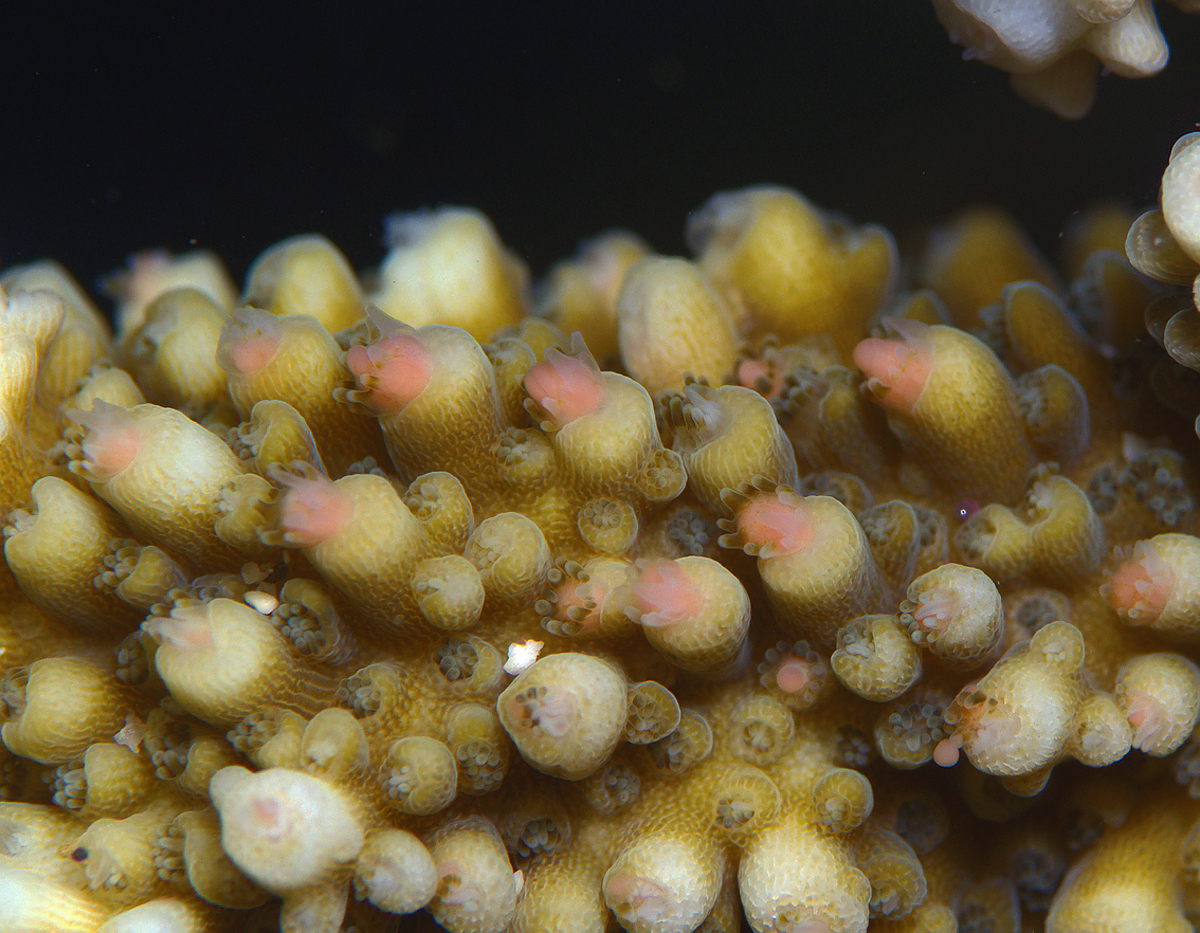
Ponte des coraux pendant l'été. Les petites sphères roses sont des œufs prêts à être lâchés.

### Hydrozoaires
La classe des hydrozoaires comprend des animaux fixés ou libres, généralement coloniaux. Pour en rester à ceux qu’on peut observer dans les lagons de La Réunion, certains produisent un squelette calcaire, comme les « coraux de feu », d’autres passent leur vie en pleine eau, comme les méduses, d’autres encore sont des colonies de milliers de polypes organisés en quatre spécialisations, comme le siphonophore qu’est la physalie.
La plupart sont munies de cnidoblastes très urticantes pour l’homme : les espèces les mieux armées provoquent des douleurs violentes, et certaines comme la physalie sont potentiellement dangereuses.

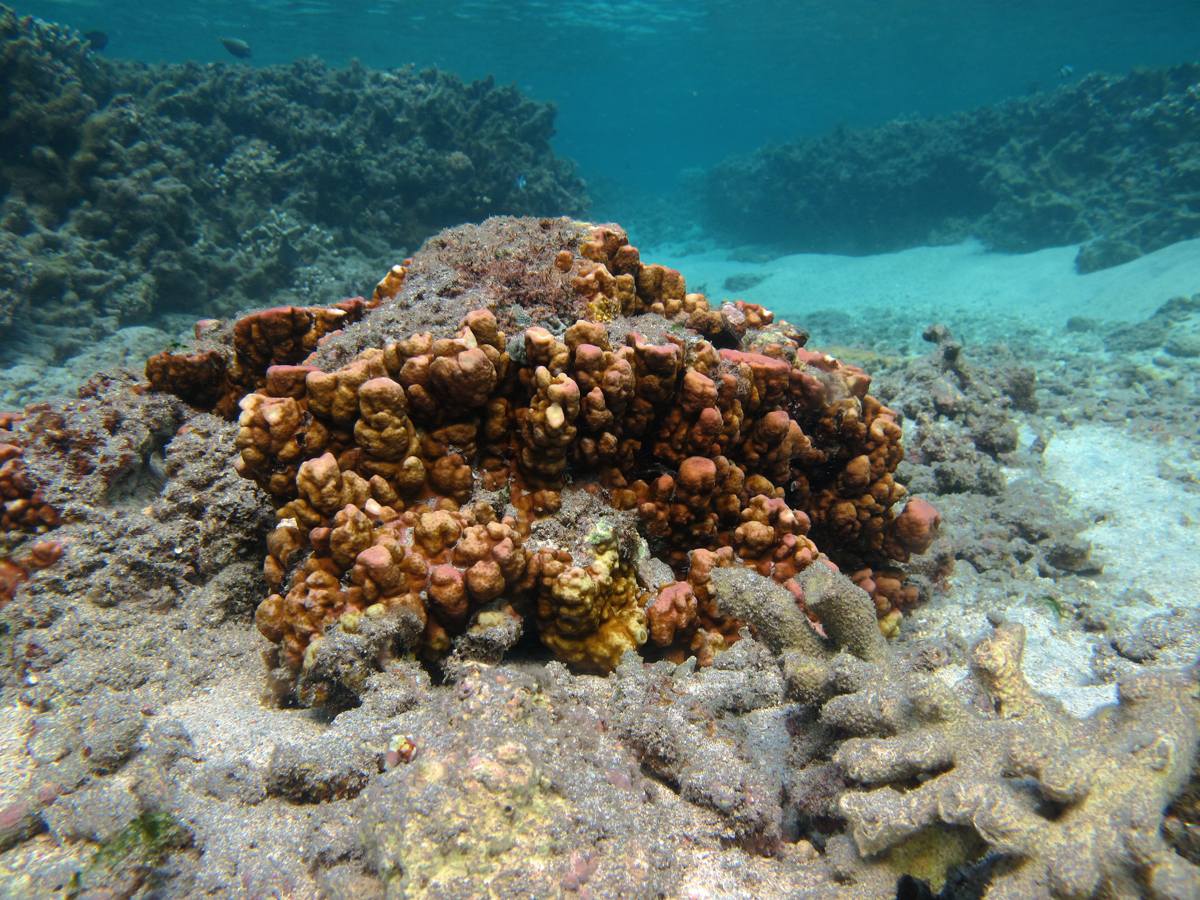
Corail de feu (Millepora exaesa)
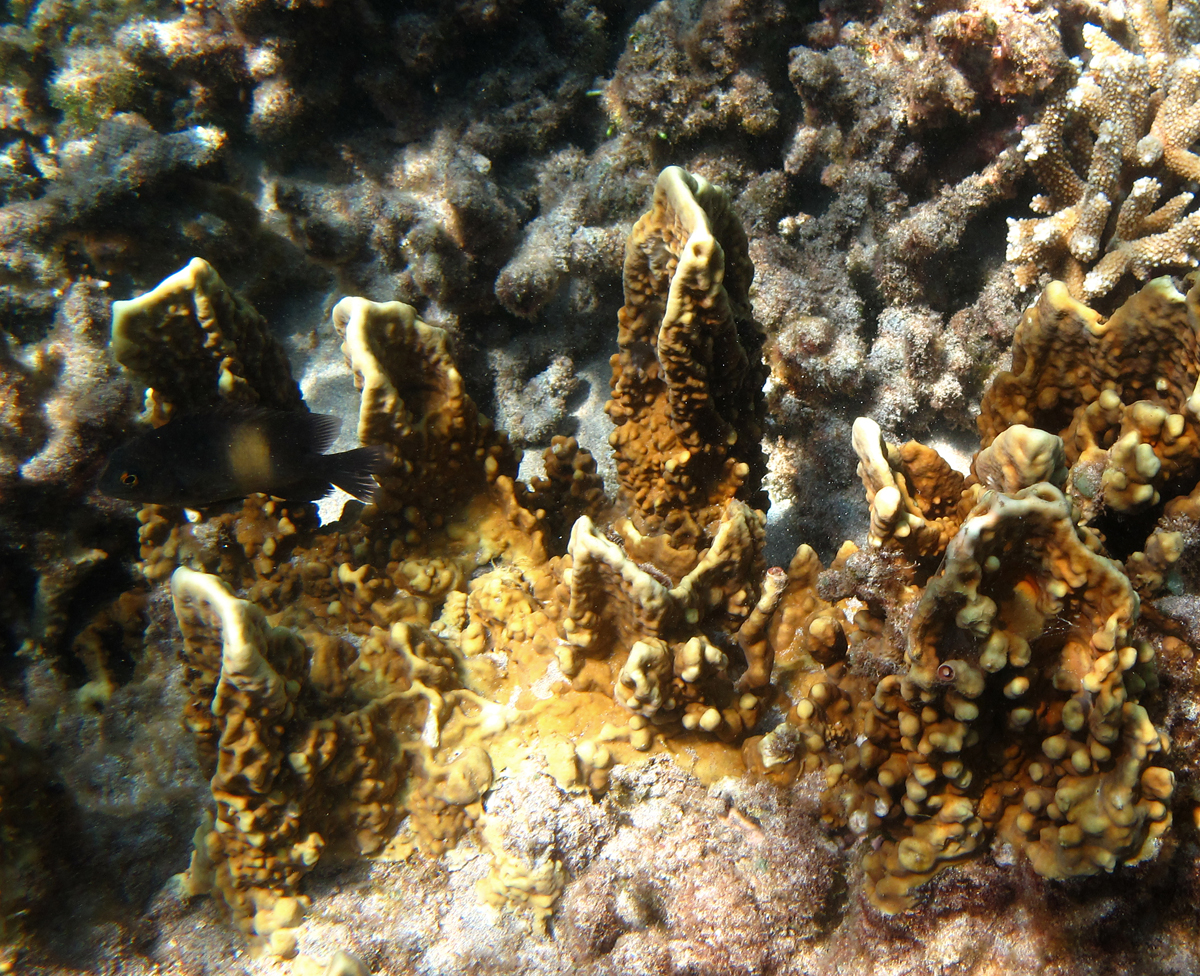
Corail de feu en plaques (Millepora platyphylla)
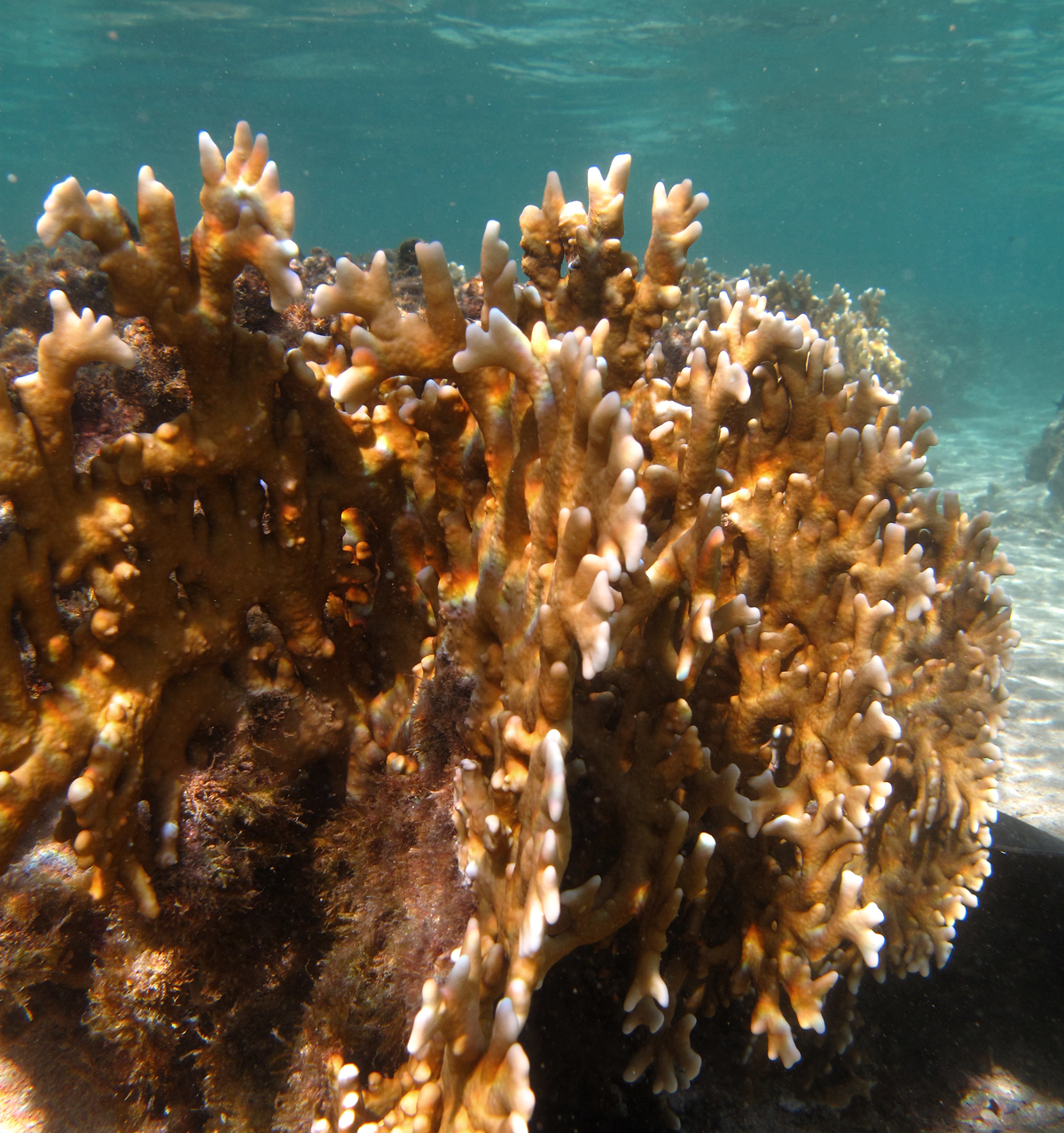
Corail de feu (Millepora tenera)
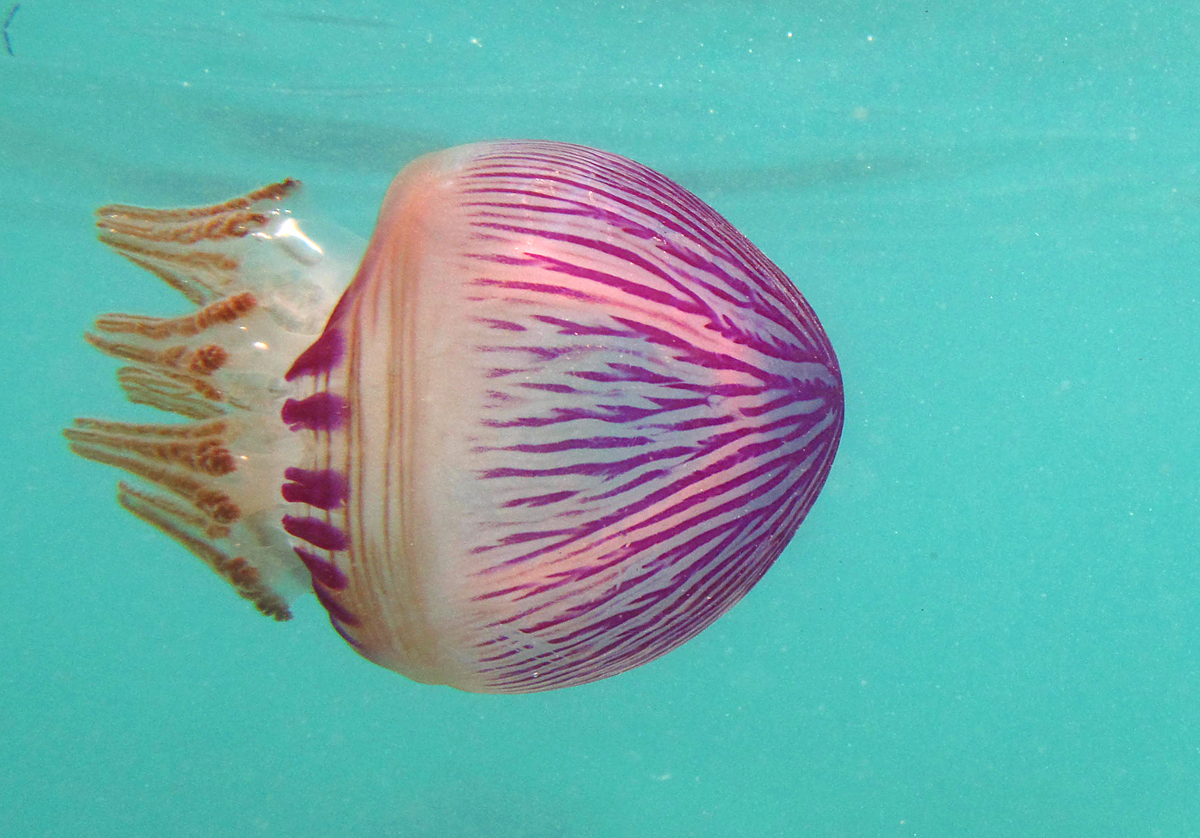
La méduse Thysanostoma loriferum
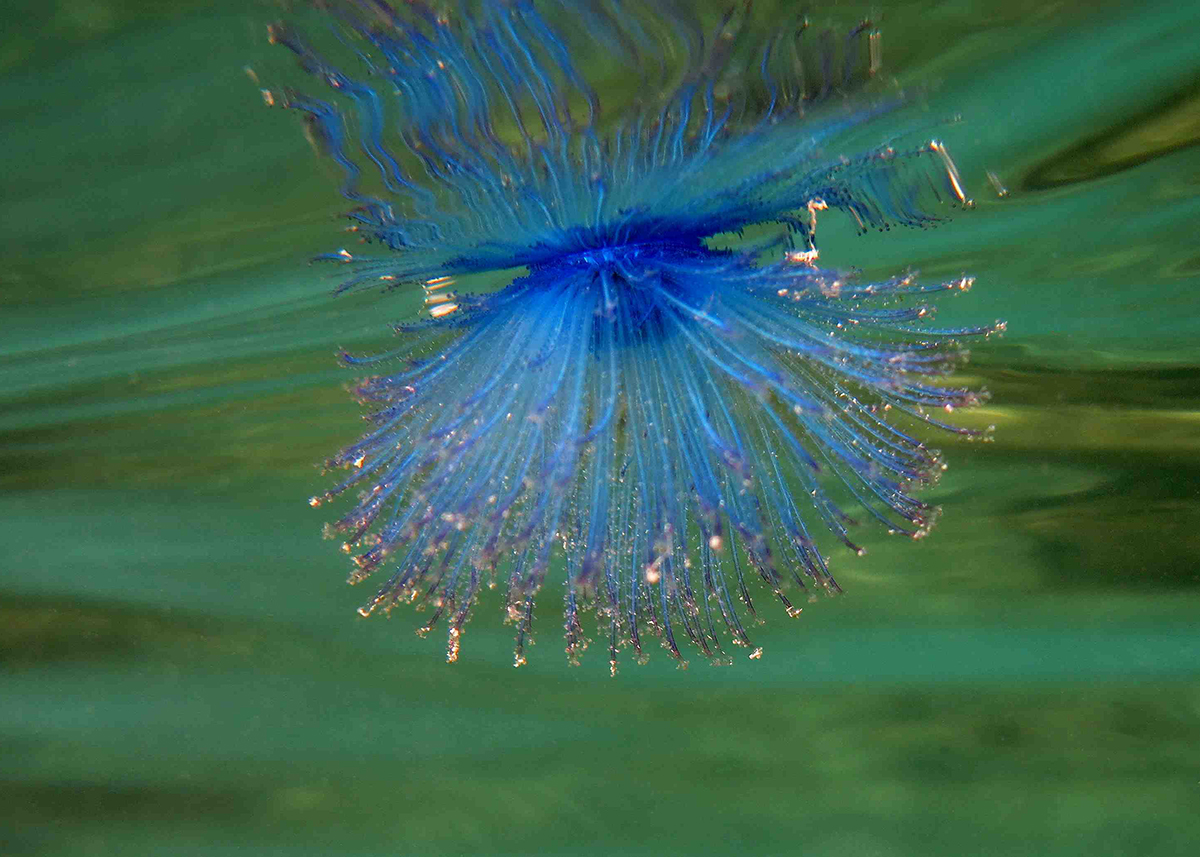
Une porpite (Porpita porpita) vue de profil.
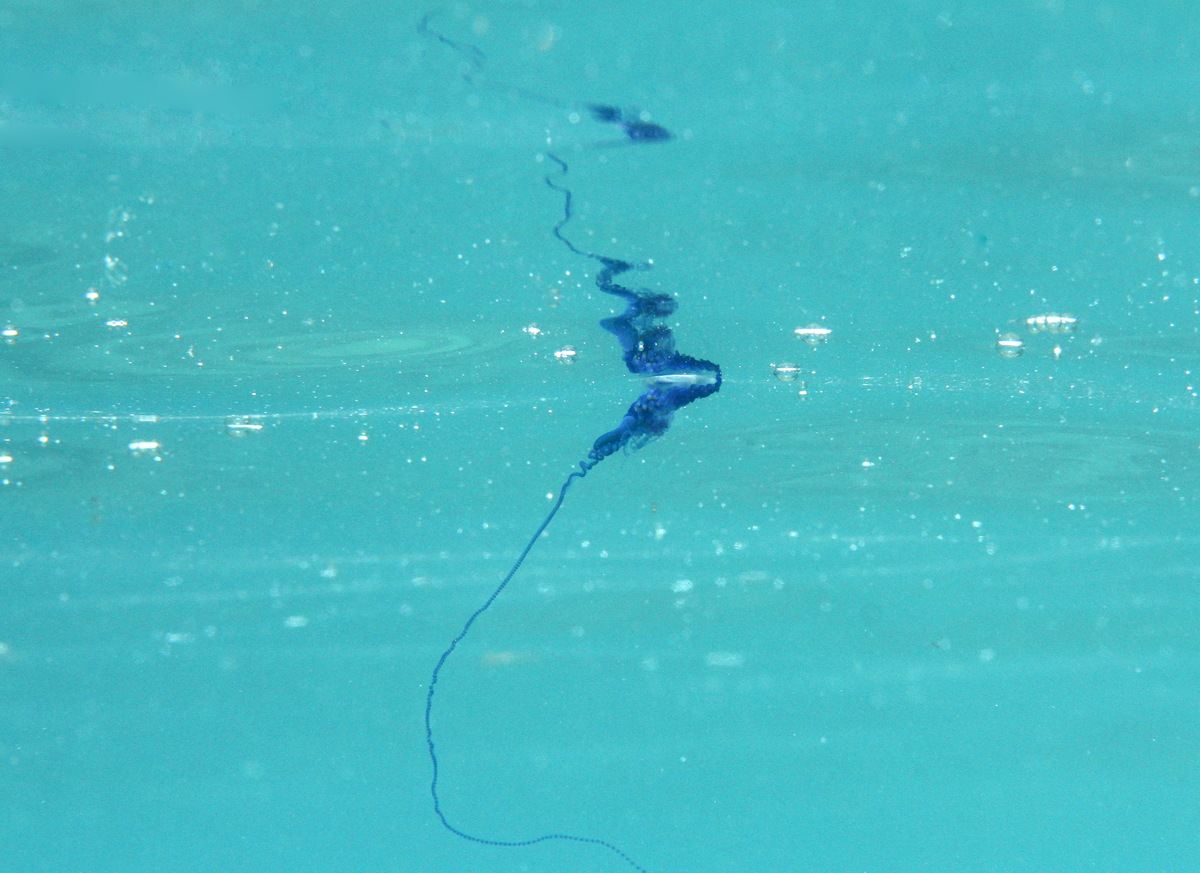
La physalie (Physalia utriculus) entre parfois dans les lagons, poussée par la houle ou les vents.

### Anémones
Les anémones de mer (Actiniaria) font partie de la classe des Anthozoa (du grec « anthos », fleur, et « zoon », animal) qui présentent une symétrie d’ordre six, ou un multiple de six. Leurs tentacules peuvent être très nombreux, jusqu’à près de 200. Outre leurs cnidoblastes, certaines espèces peuvent projeter des filaments urticants (les aconties). Elles sont solitaires ou coloniale et se fixent au substrat au moyen d’une ventouse, mais elles peuvent se déplacer si nécessaire. De nombreuses espèces hébergent des zooxanthelles. Dix espèces sont en association symbiotique avec des espèces de poisson-clown, protégées de leur venin par un mucus. D’autres le sont avec des pagures, et le « crabe-boxeur » Lybia tessellata en agite deux au bout de ses pinces dès qu’il est inquiété.

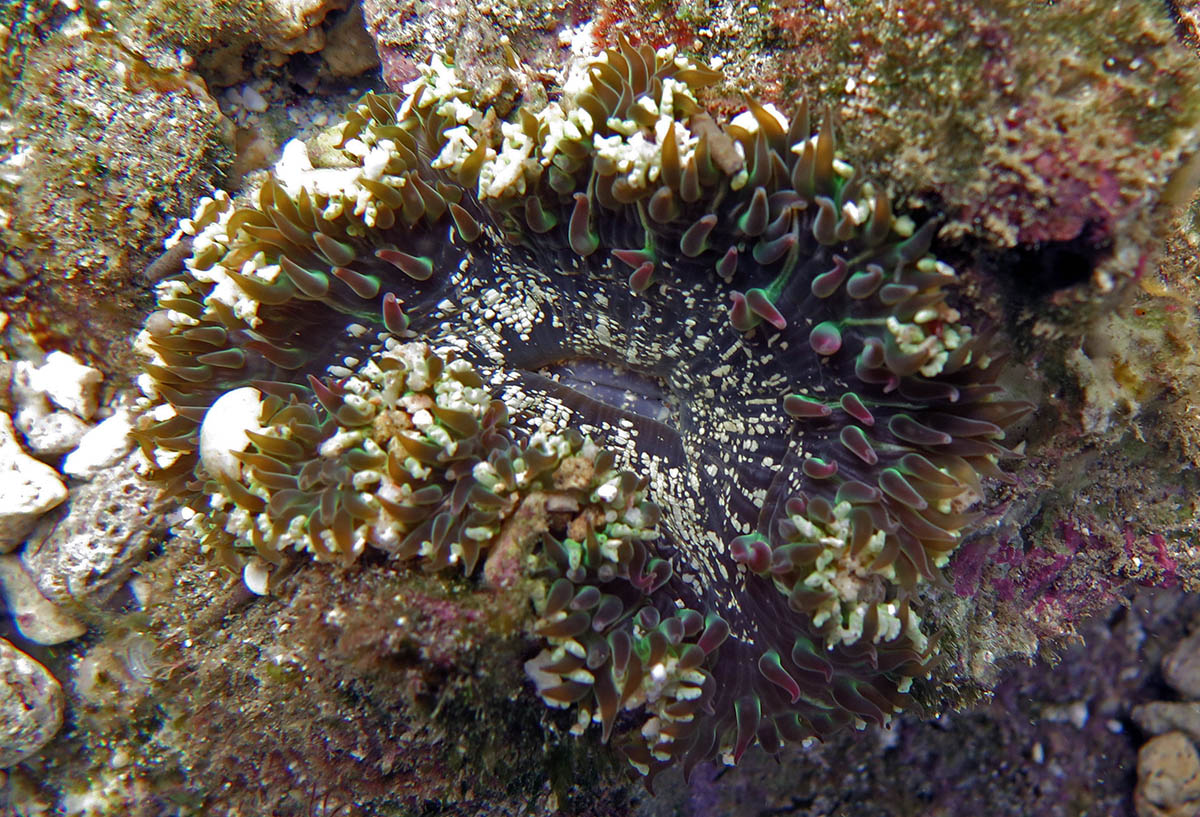
Bunodosoma sp.?
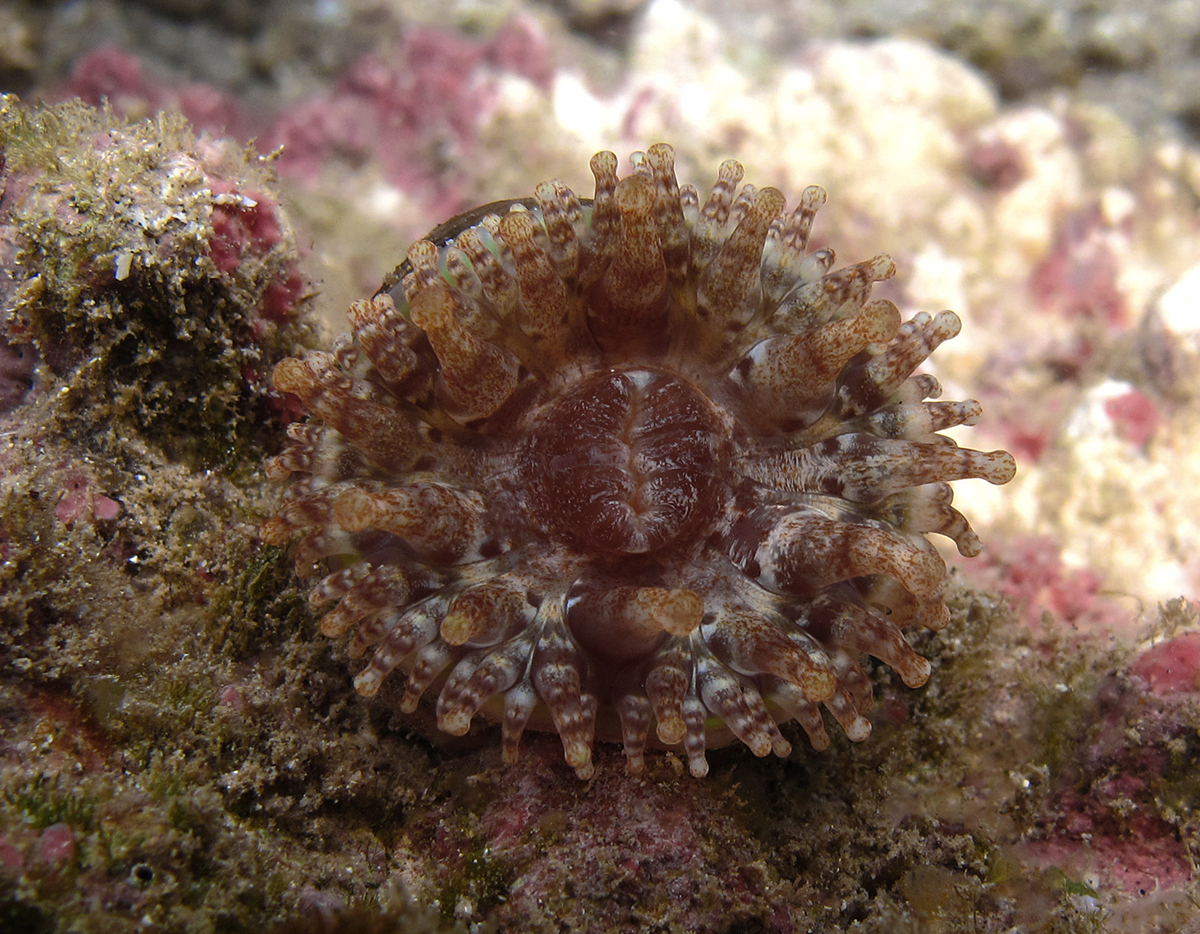
Anémone du genre Telmatactis (peut-êtreTelmatactis decora?)
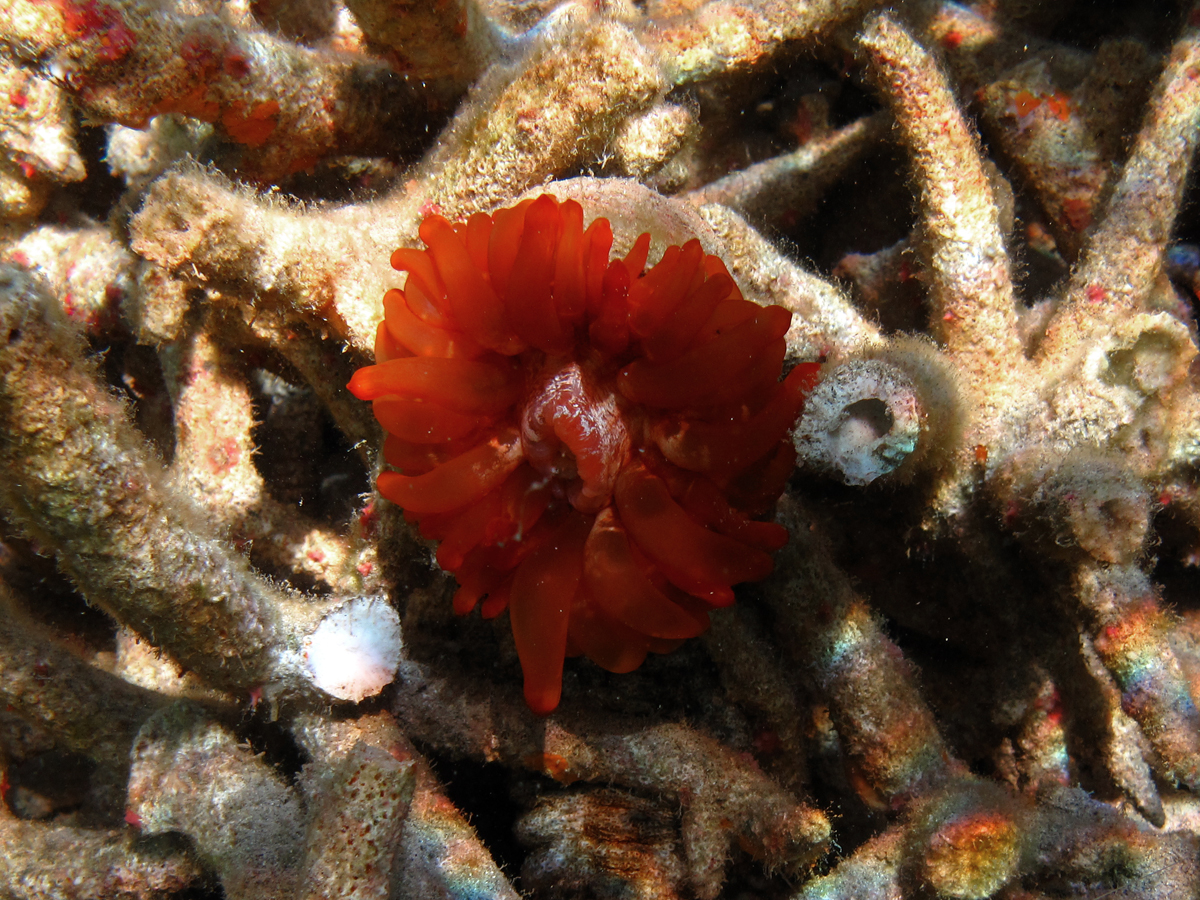
Anémone du genre Telmatactis
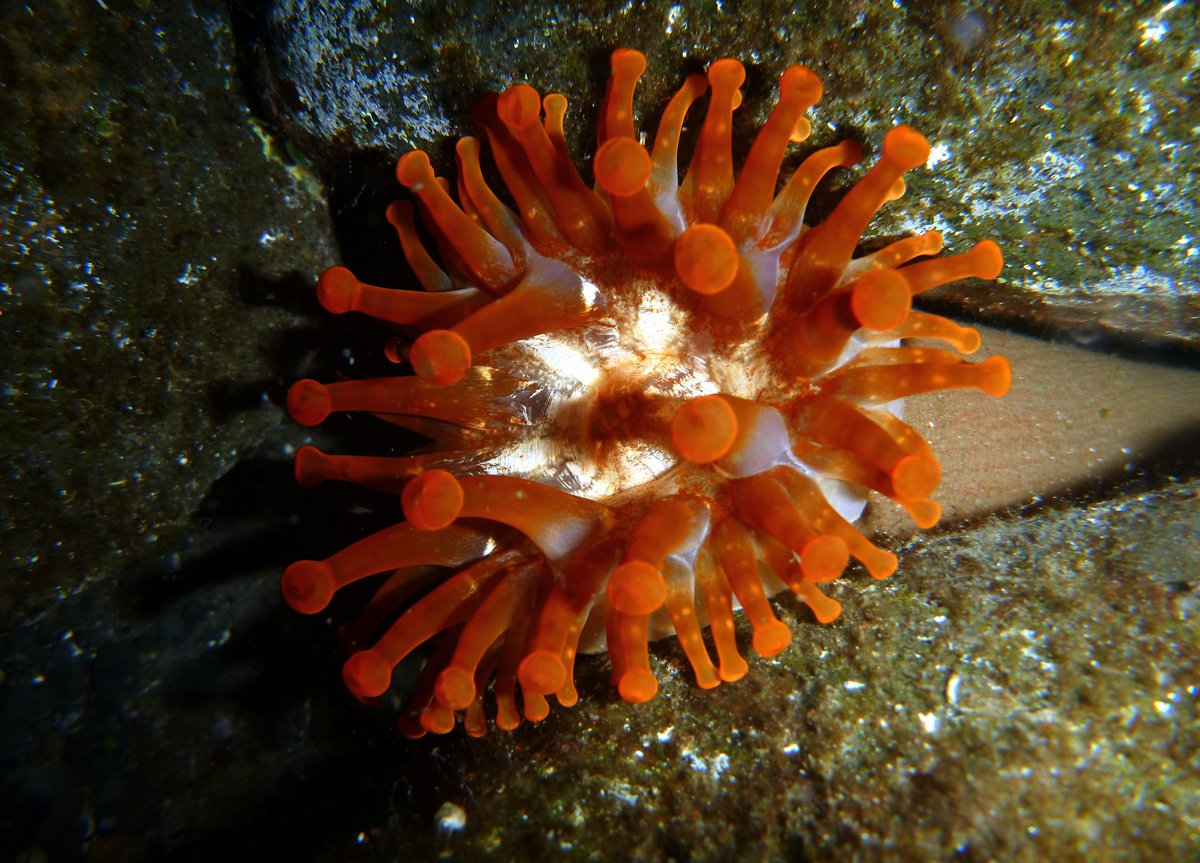
Anémone du genre Telmatactis
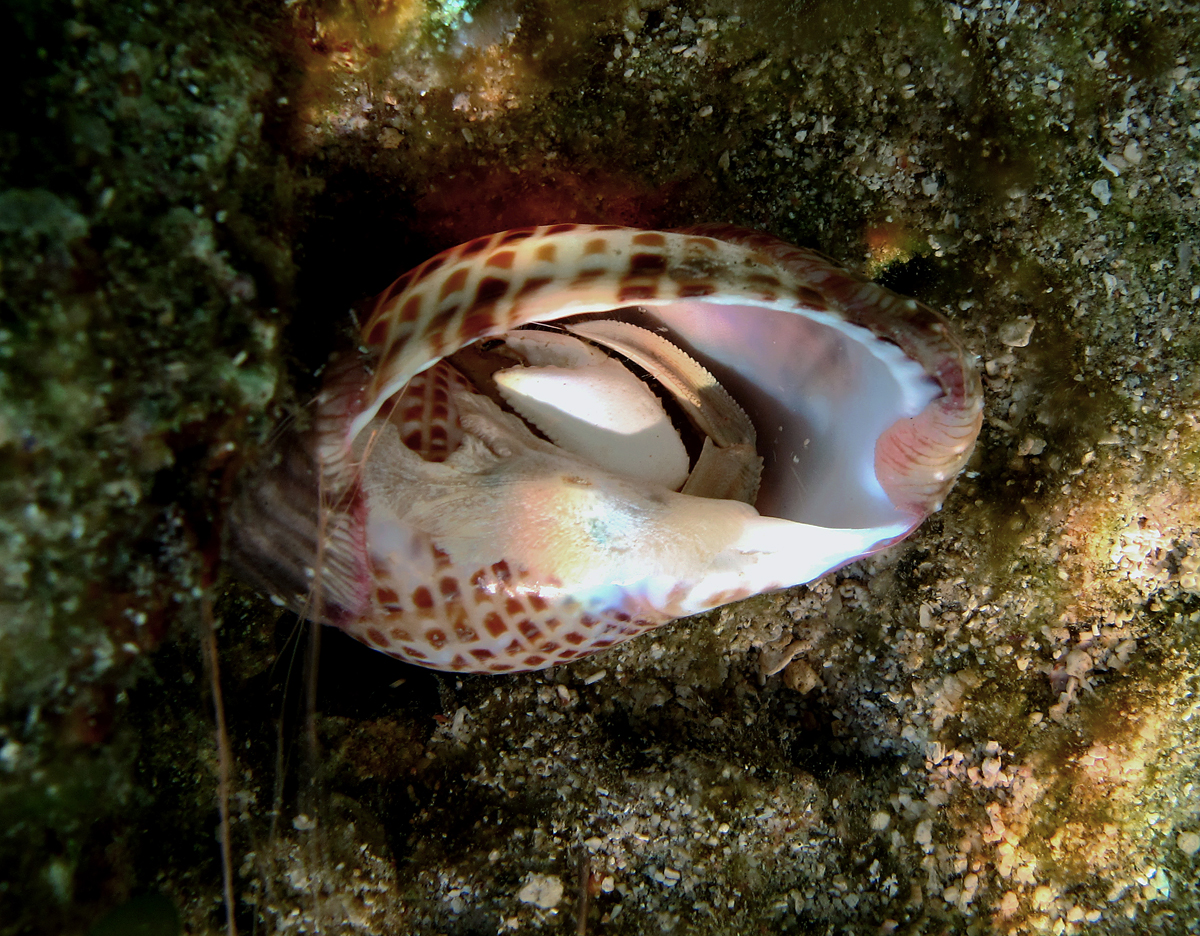
Verrillactis paguri? sur le bord columellaire d'une coquille habitée par un pagure.
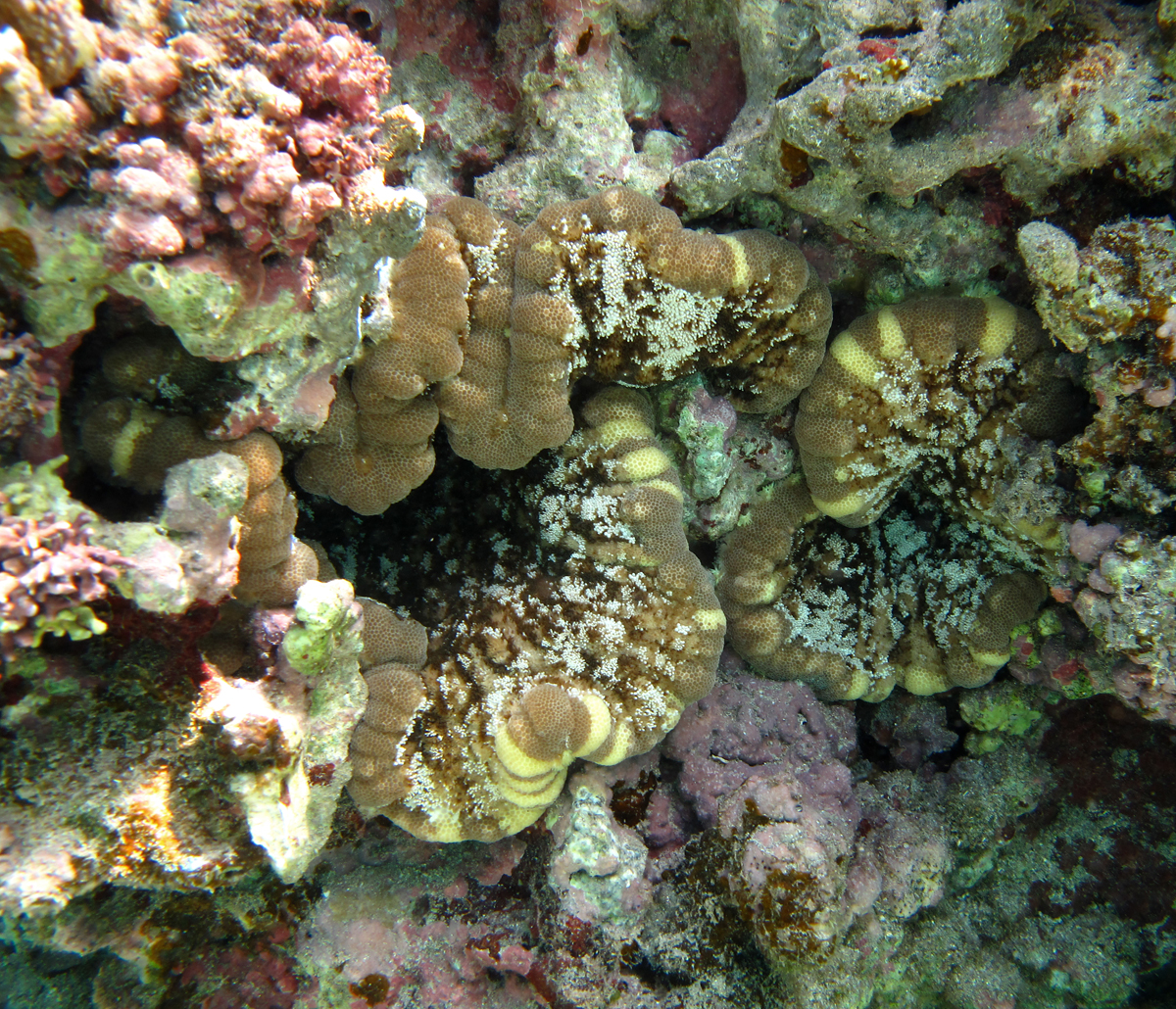
Anémone adhésive (Cryptodendrum adhaesivum).
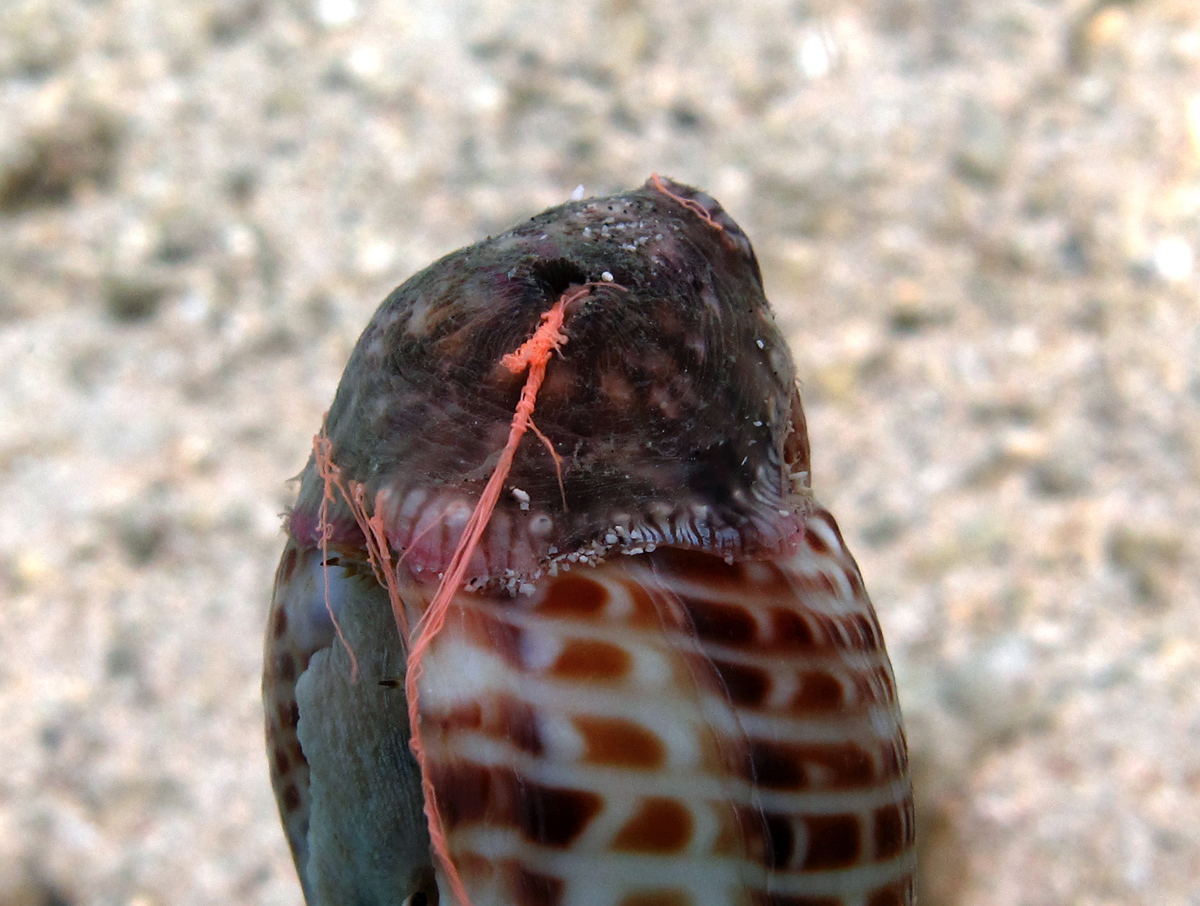
Anémone des Bernard-l'ermite (Calliactis polypus), avec des aconties.
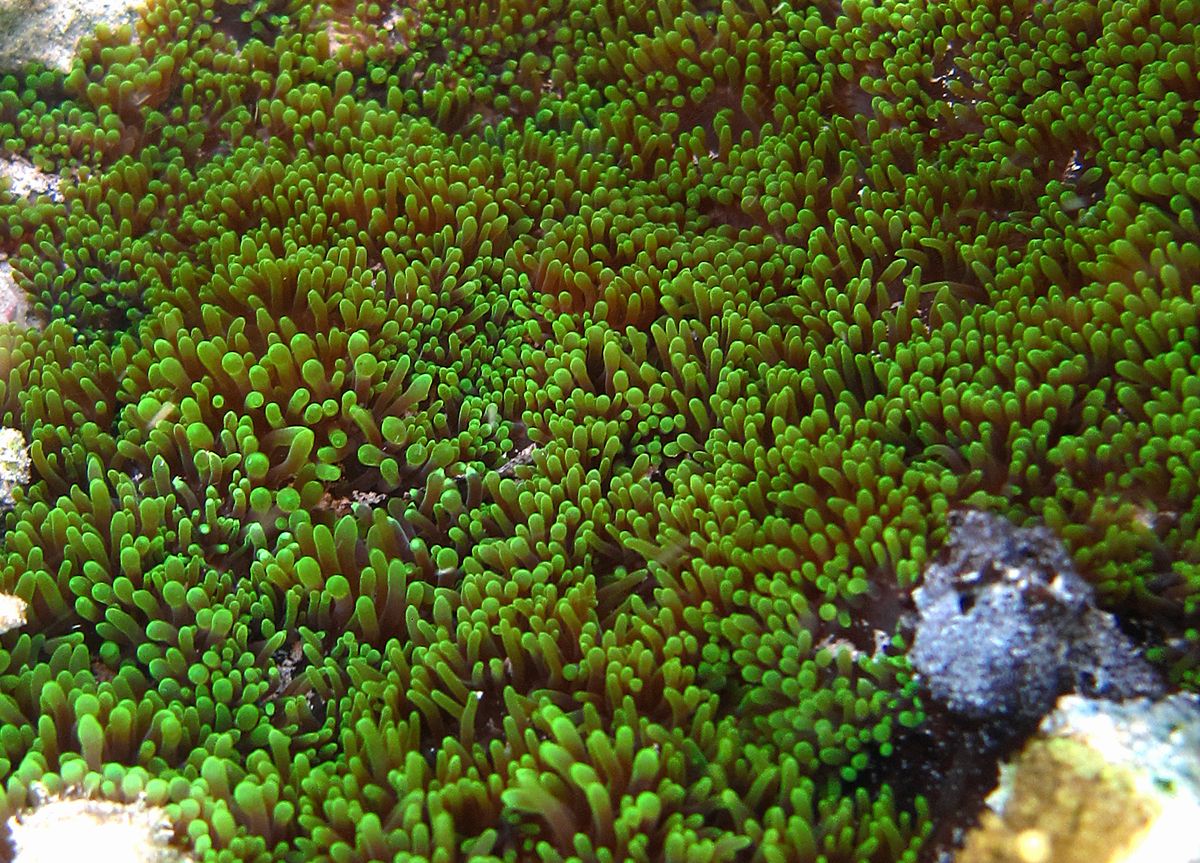
Gyractis sesere
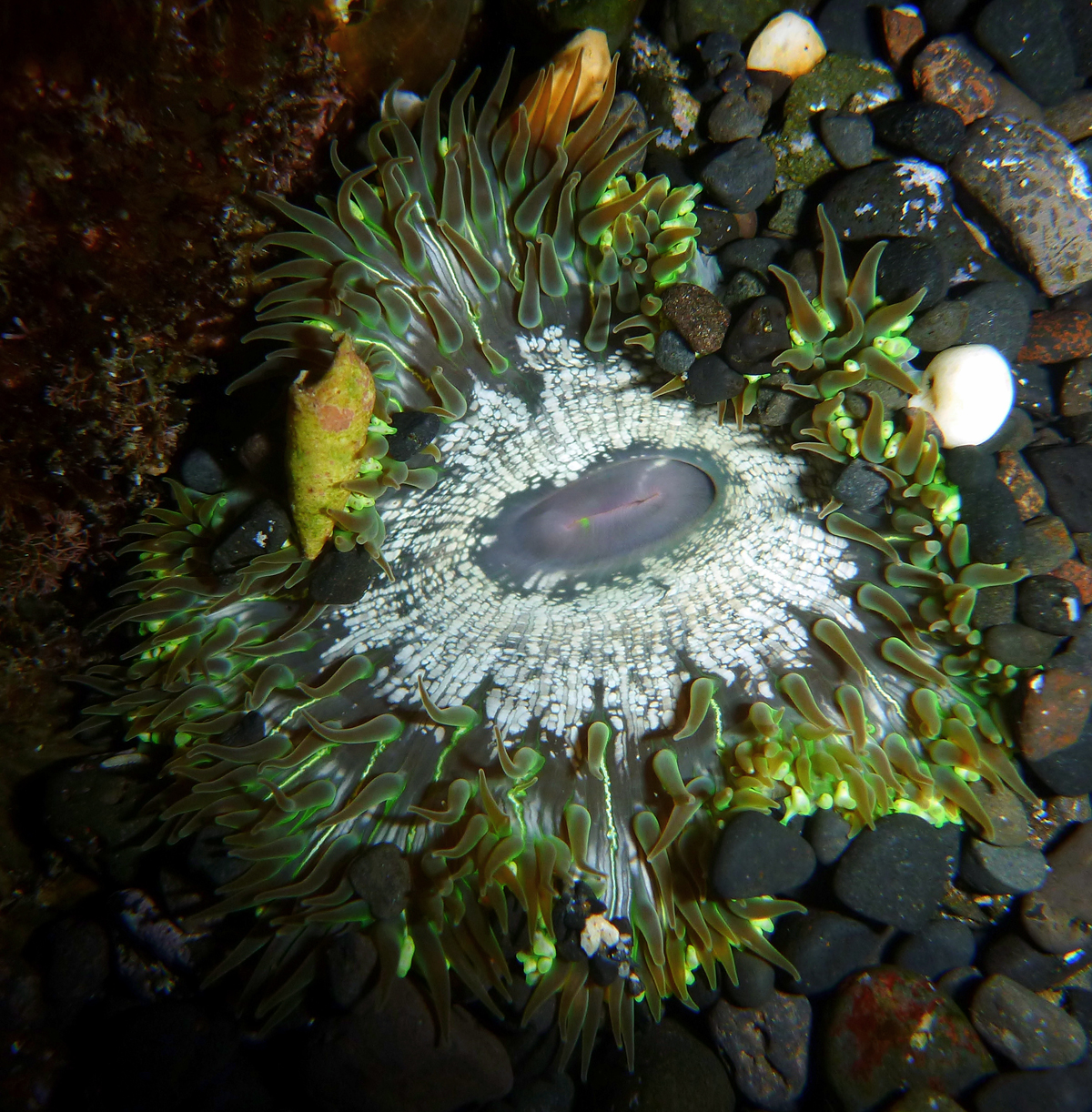
Anémone du genre Anthopleura?
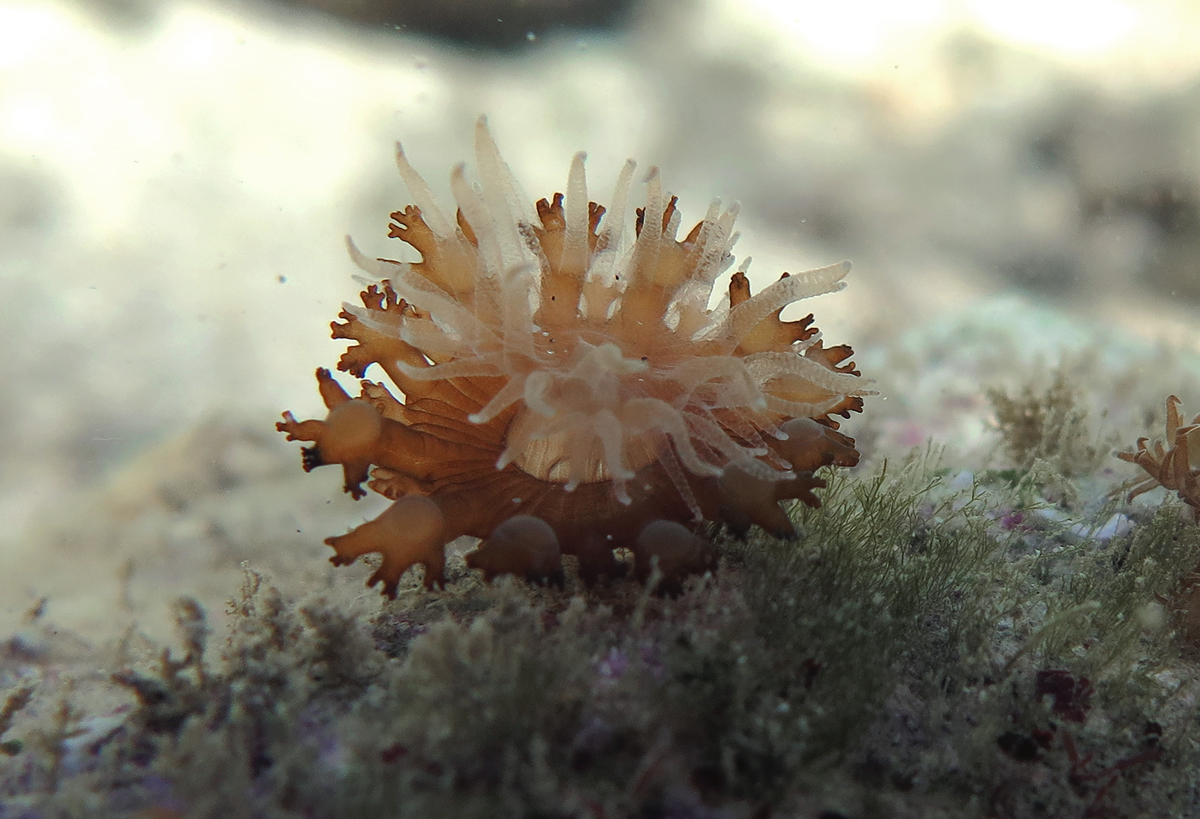
Triactis producta
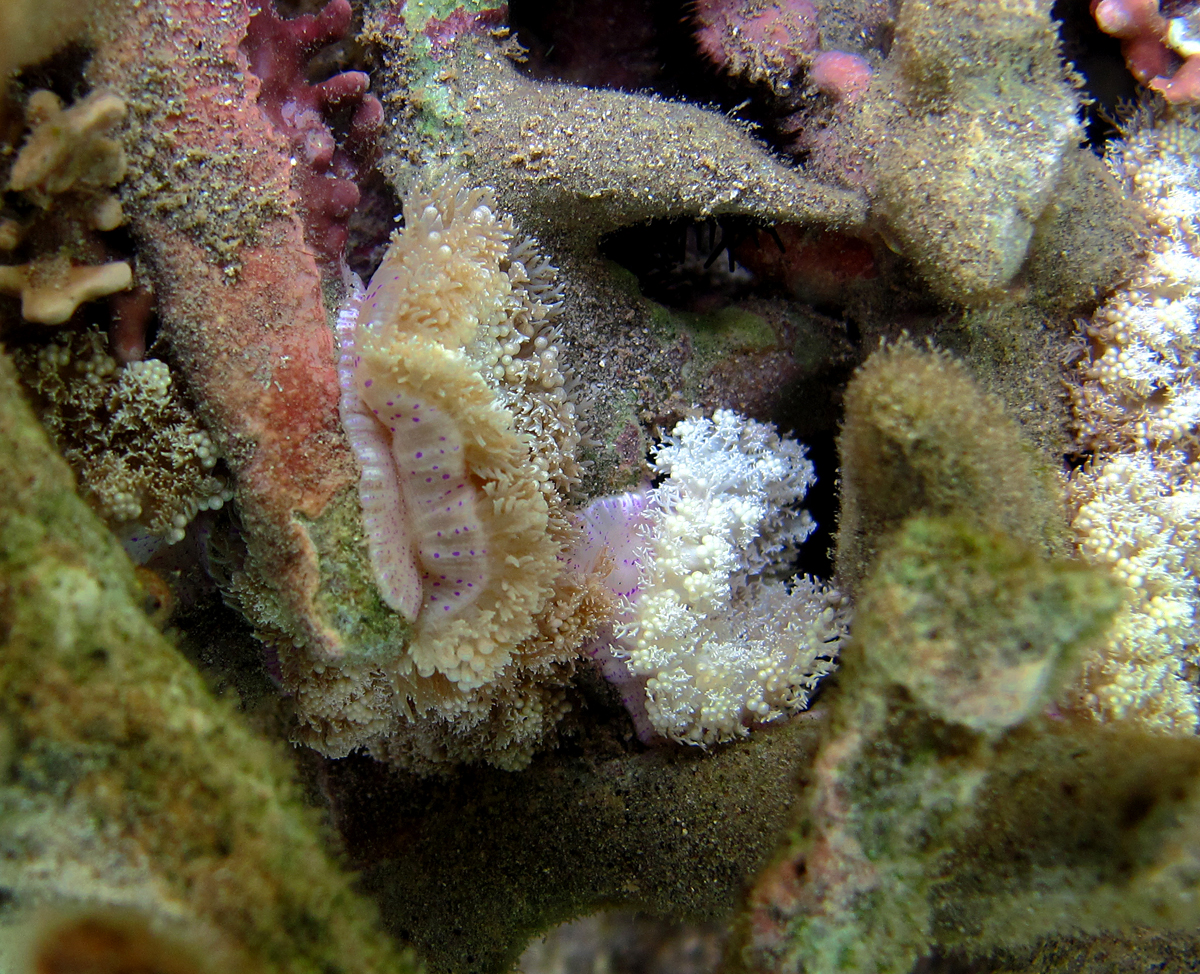
Thalassianthus sp.
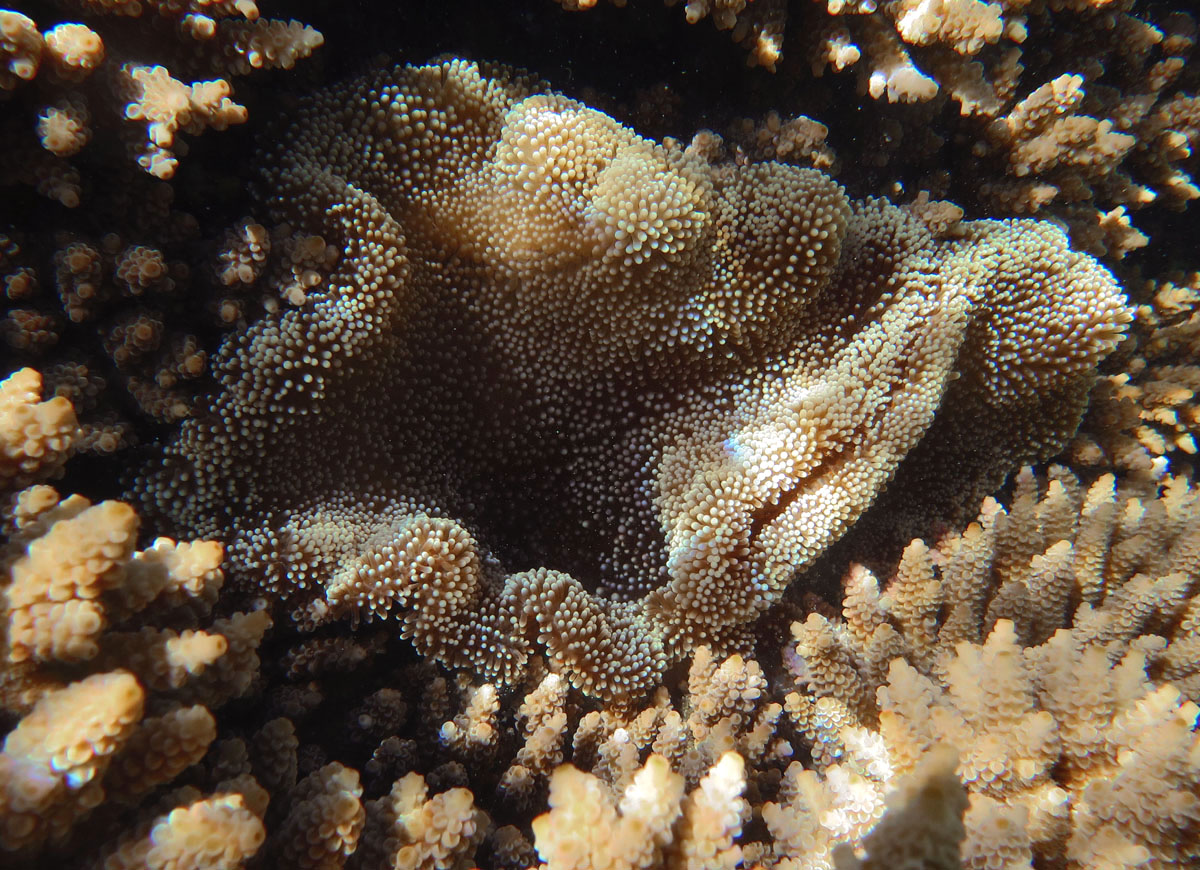
Stichodactyla haddoni
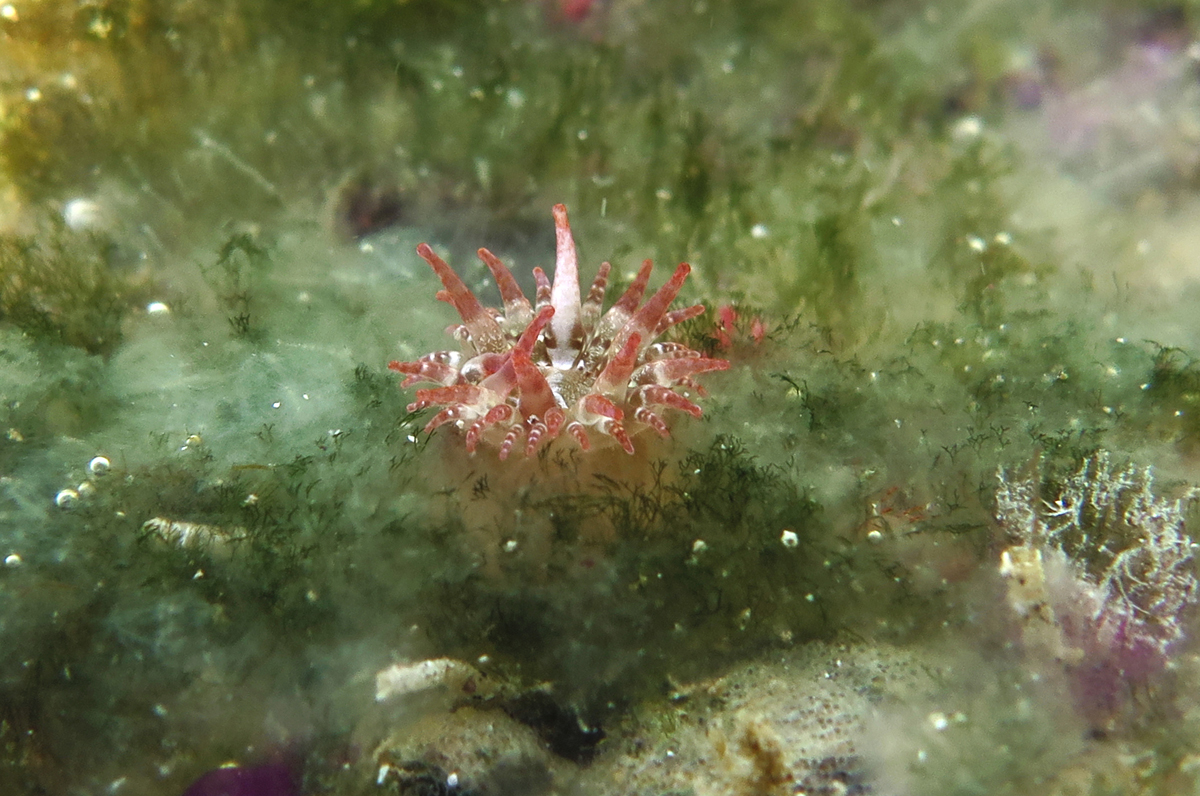
Une anémone non identifiée

### Autres cnidaireshexacoralliaireset apparentés

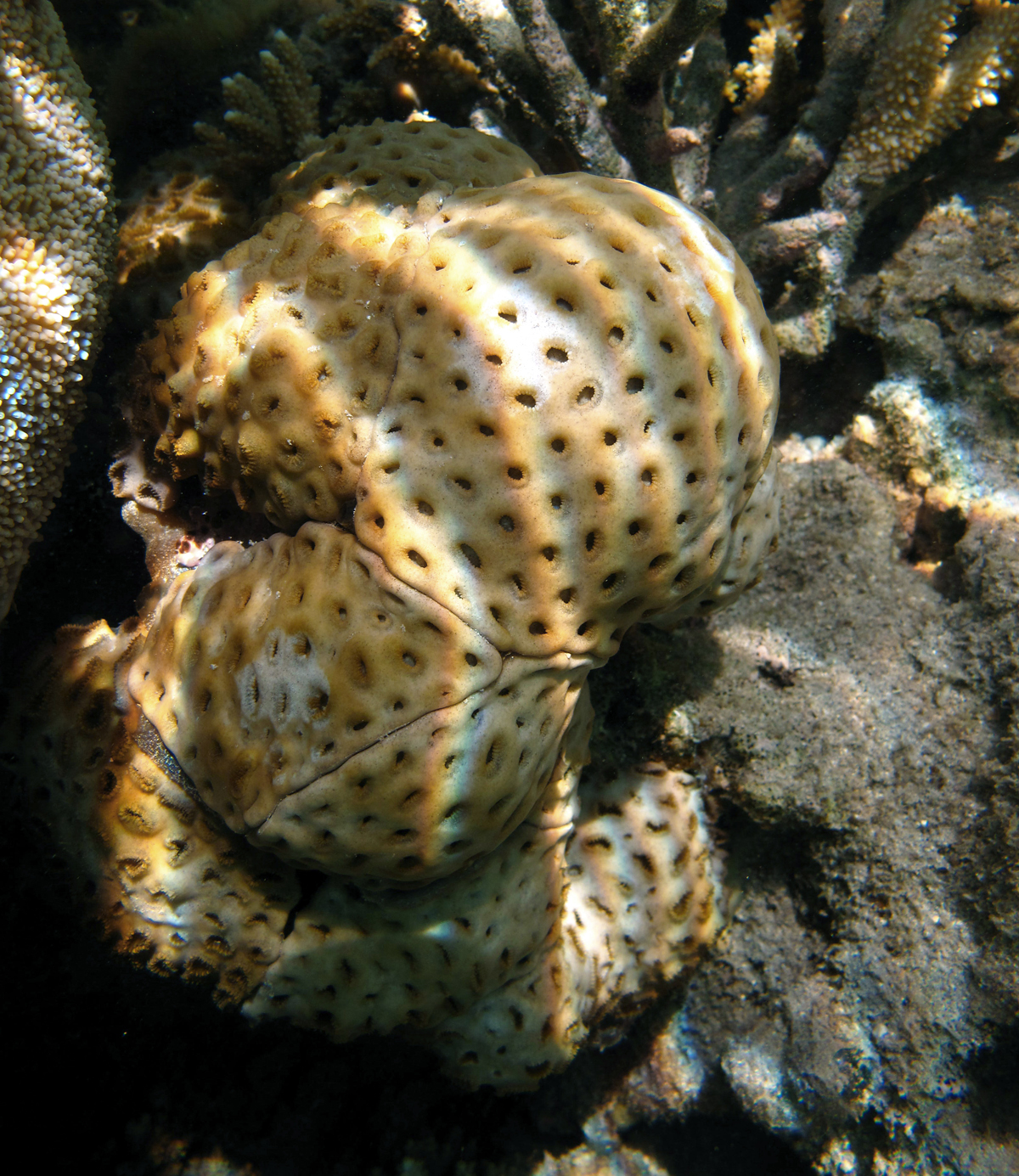
Zoanthide Palythoa natalensis
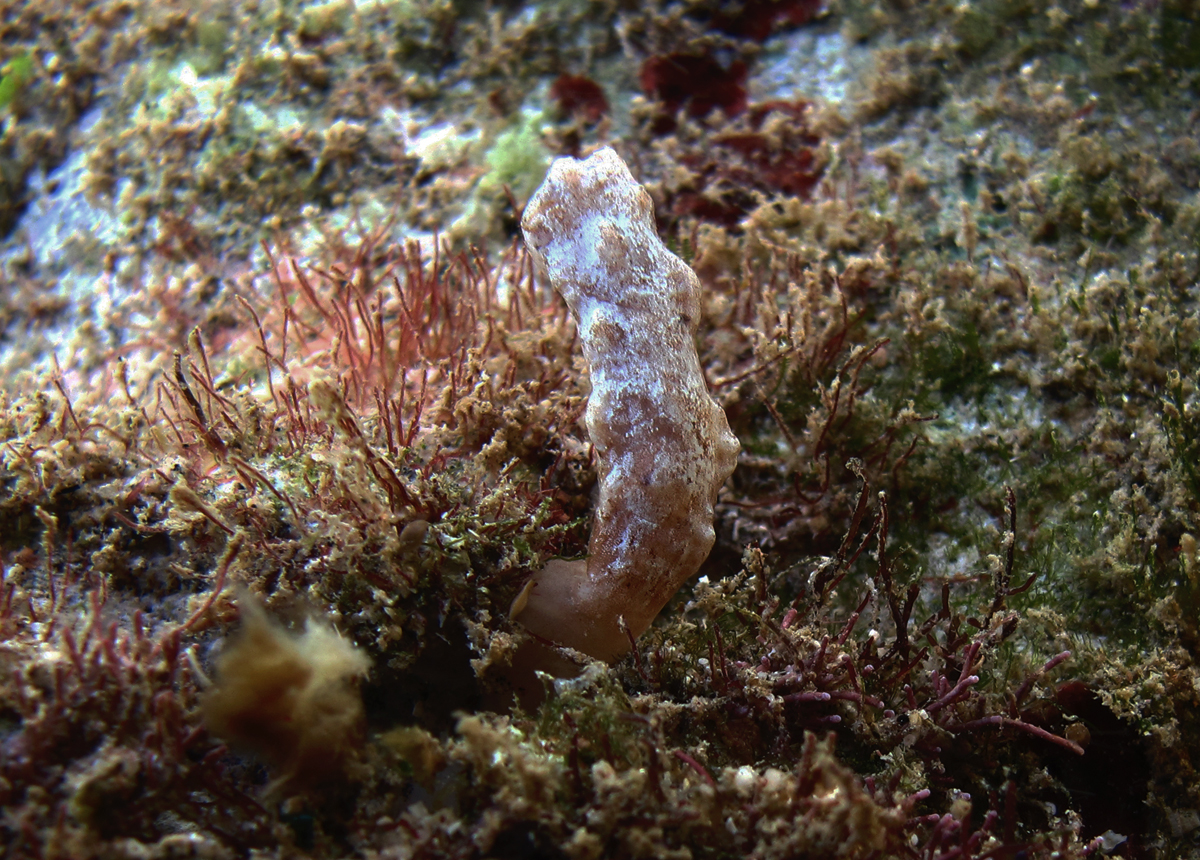
Zoanthide Isaurus tuberculatus (rétracté)
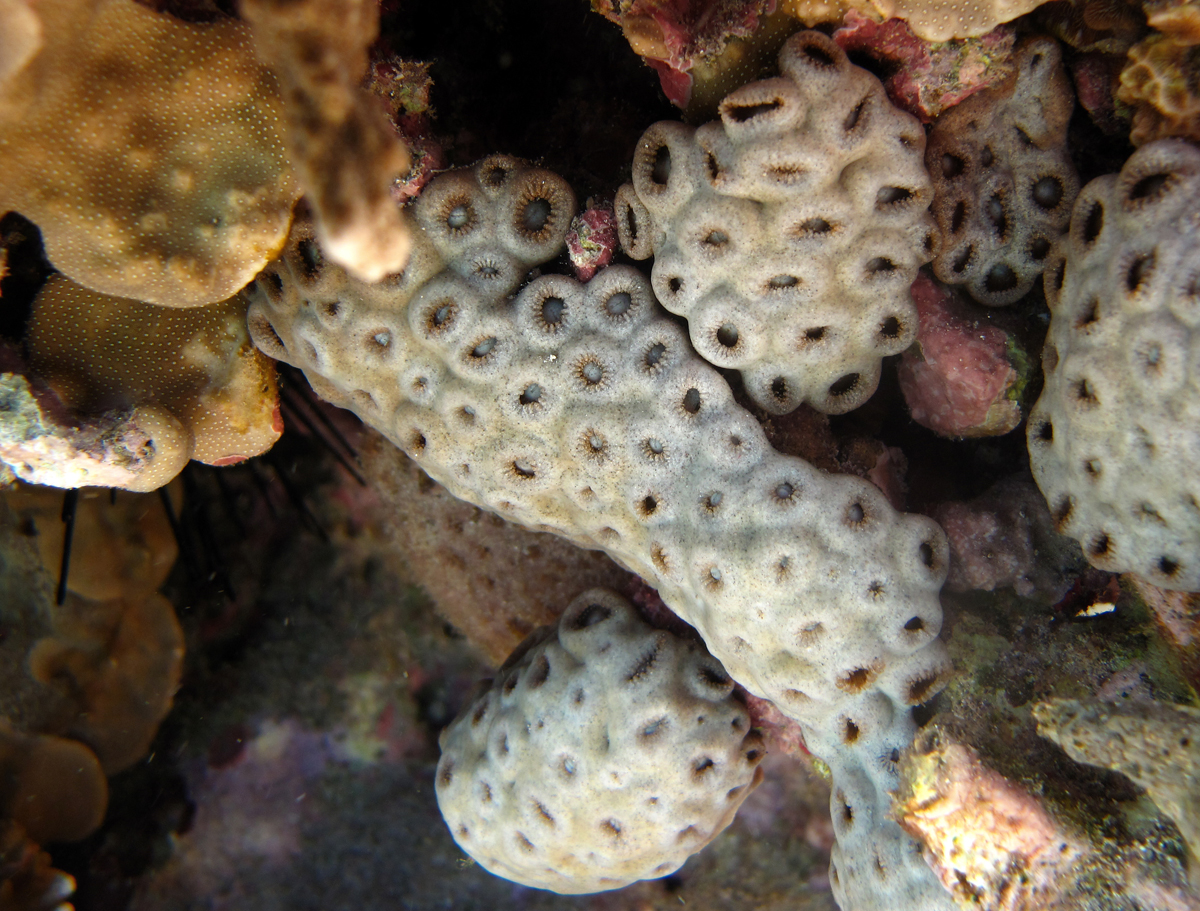
Zoanthide « Anémone cuir encroûtante » (Palythoa tuberculosa)
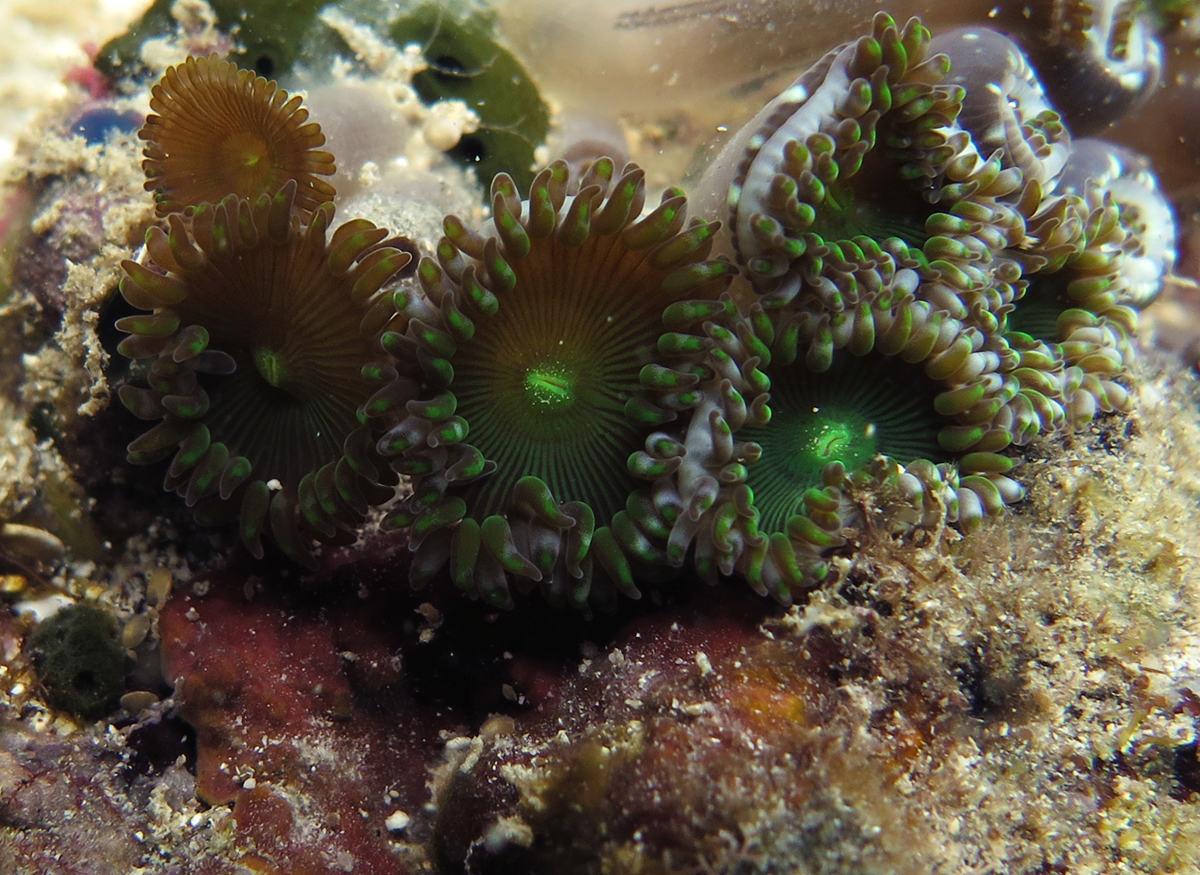
Zoanthide Zoanthus durbanensis?
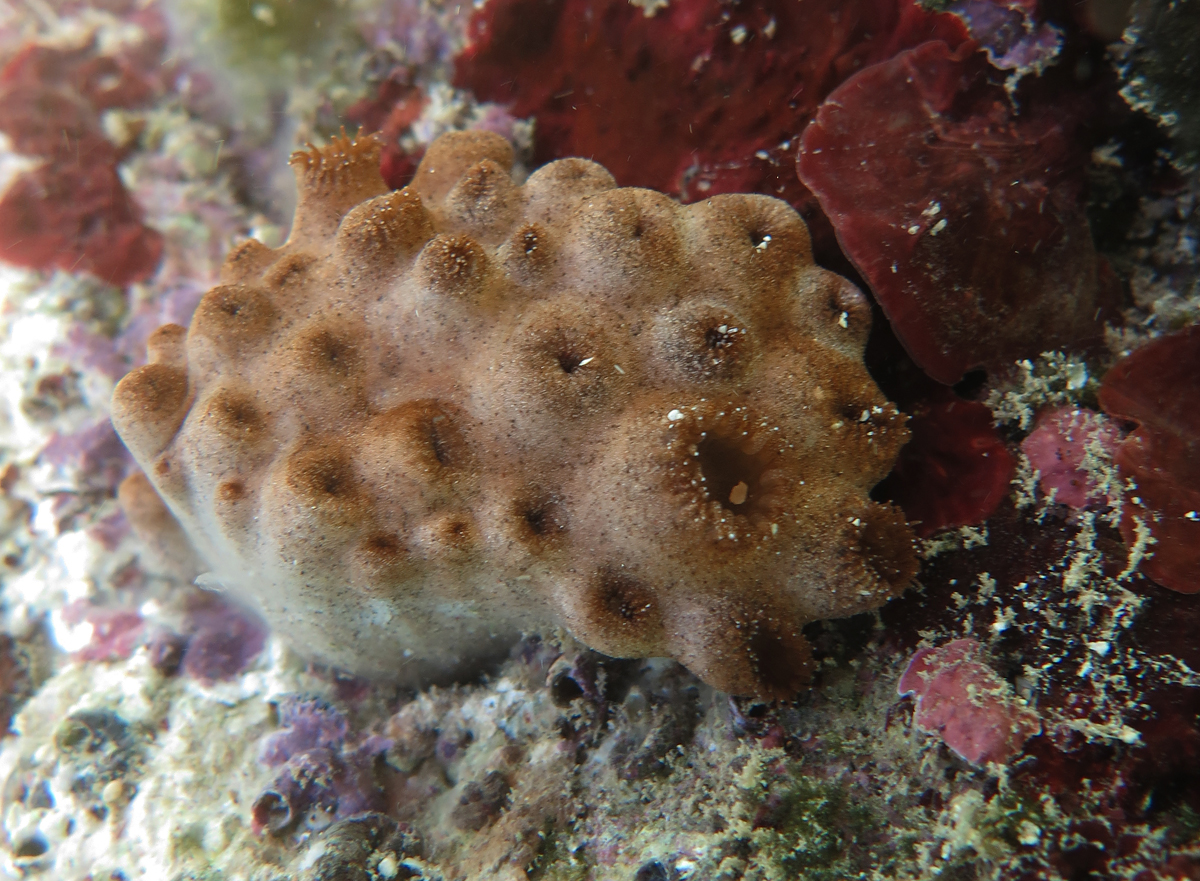
Une colonie de zoanthide non identifiée (peut-être Palythoa sp.?)
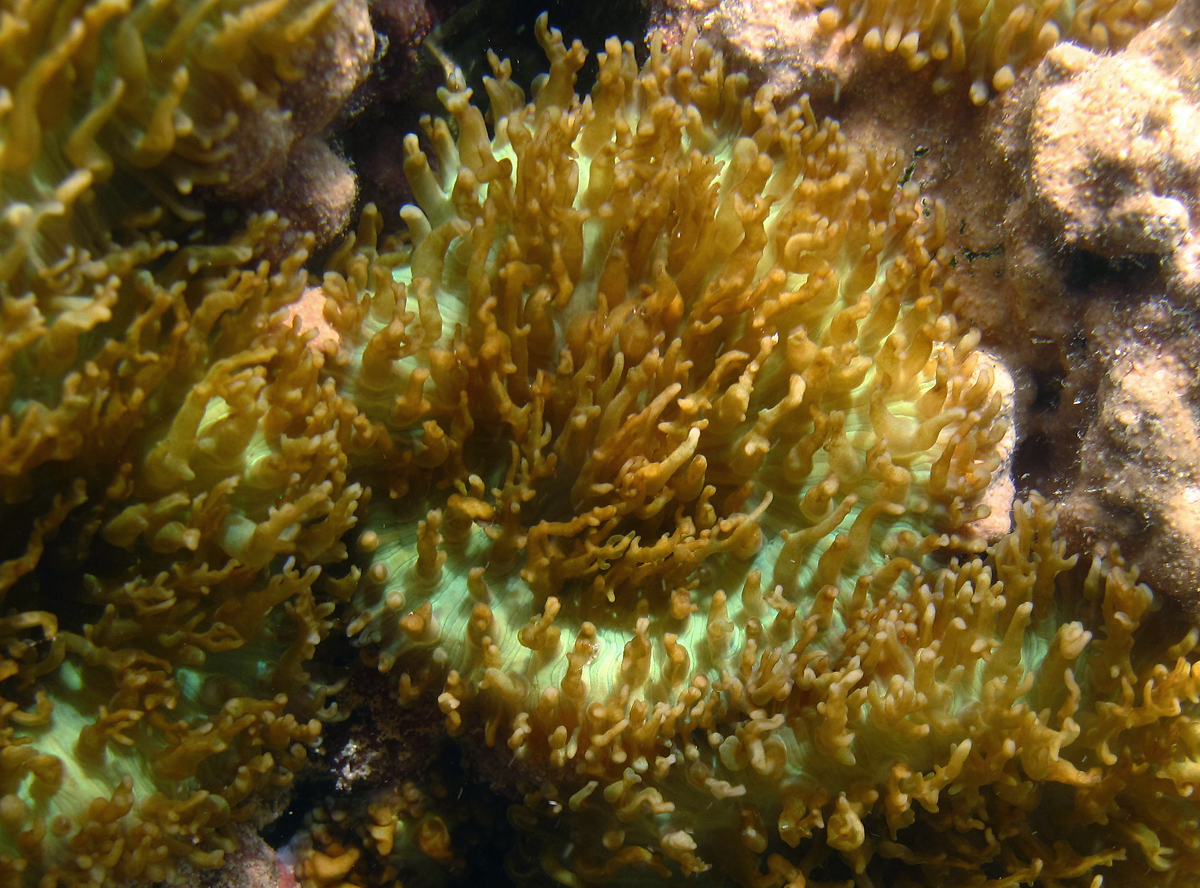
Corallimorphe Rhodactis indosinensis?
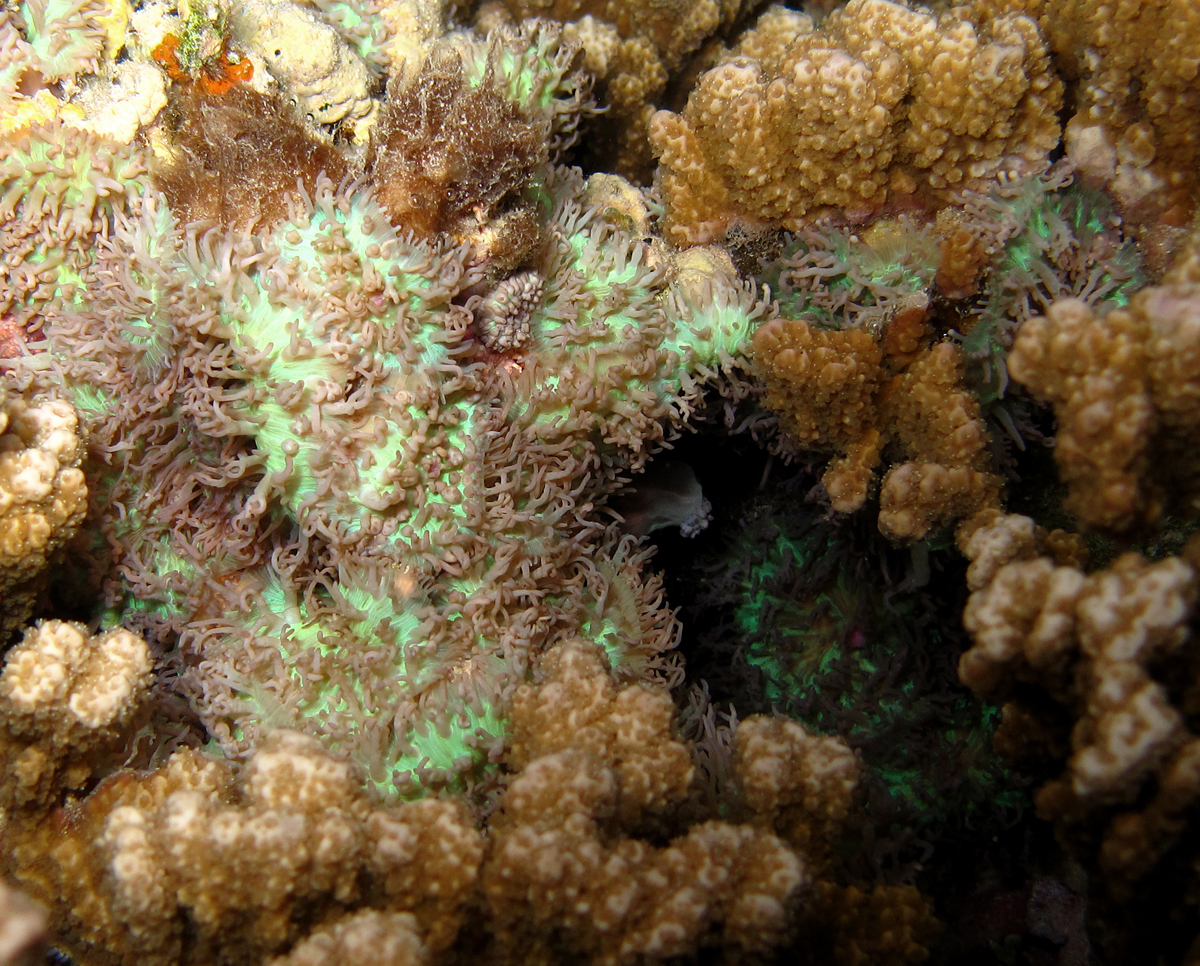
Corallimorphe Rhodactis rhodostoma (de nuit)
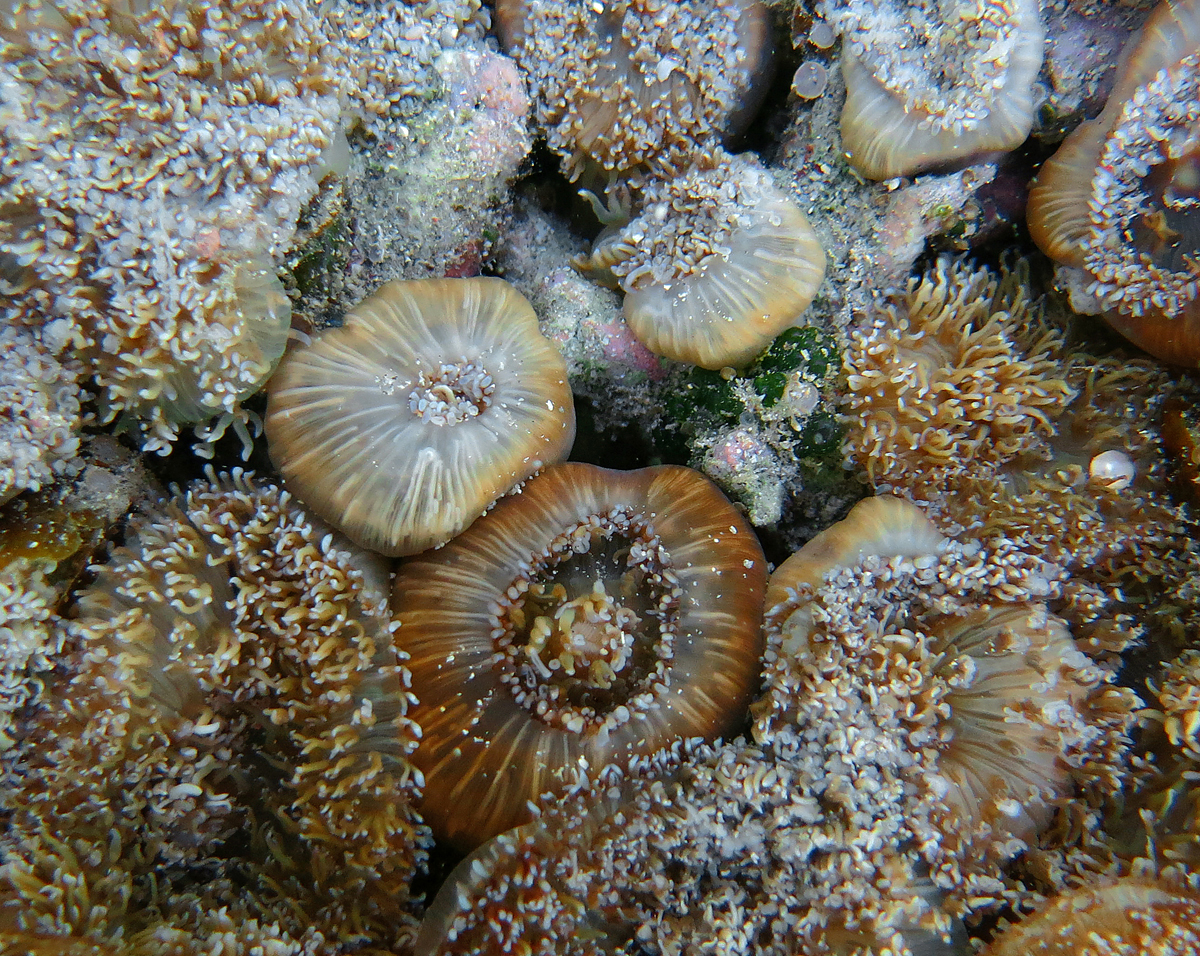
Rhodactis sp.
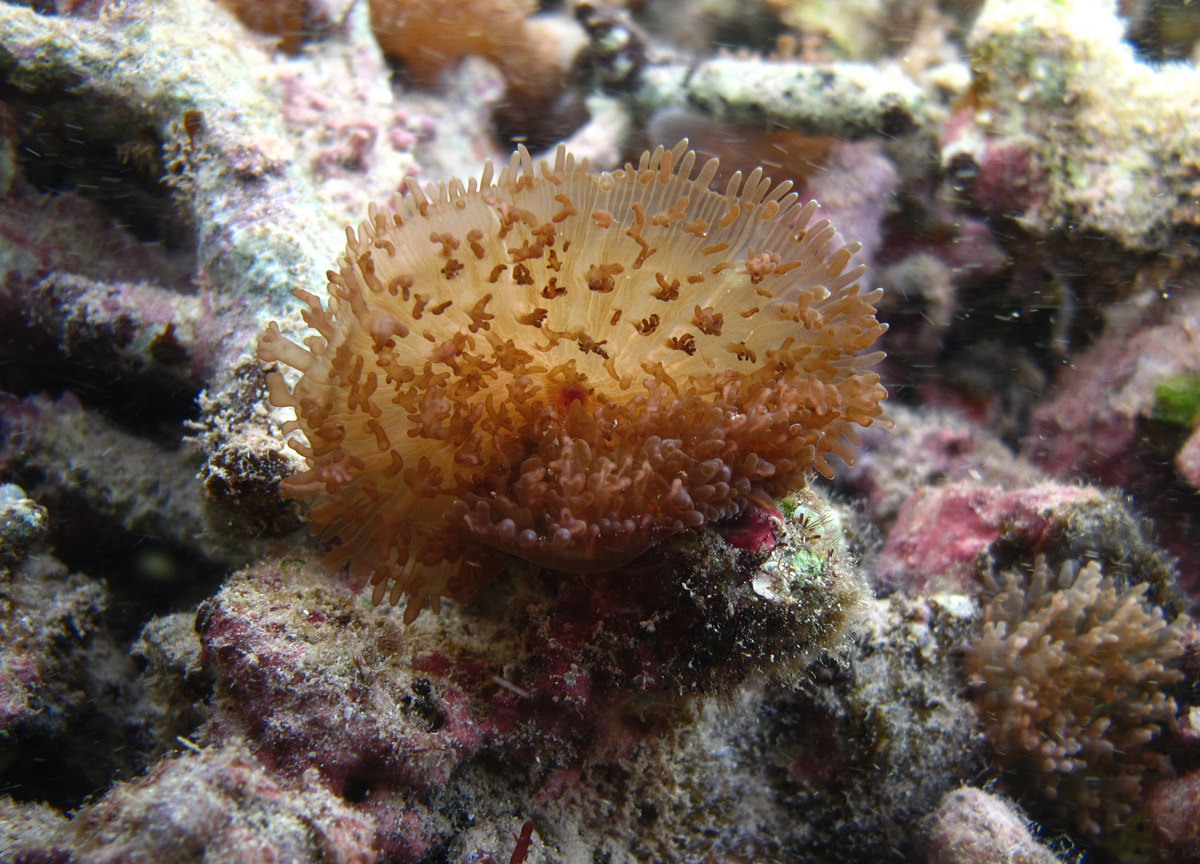
Corallimorphe? non identifié
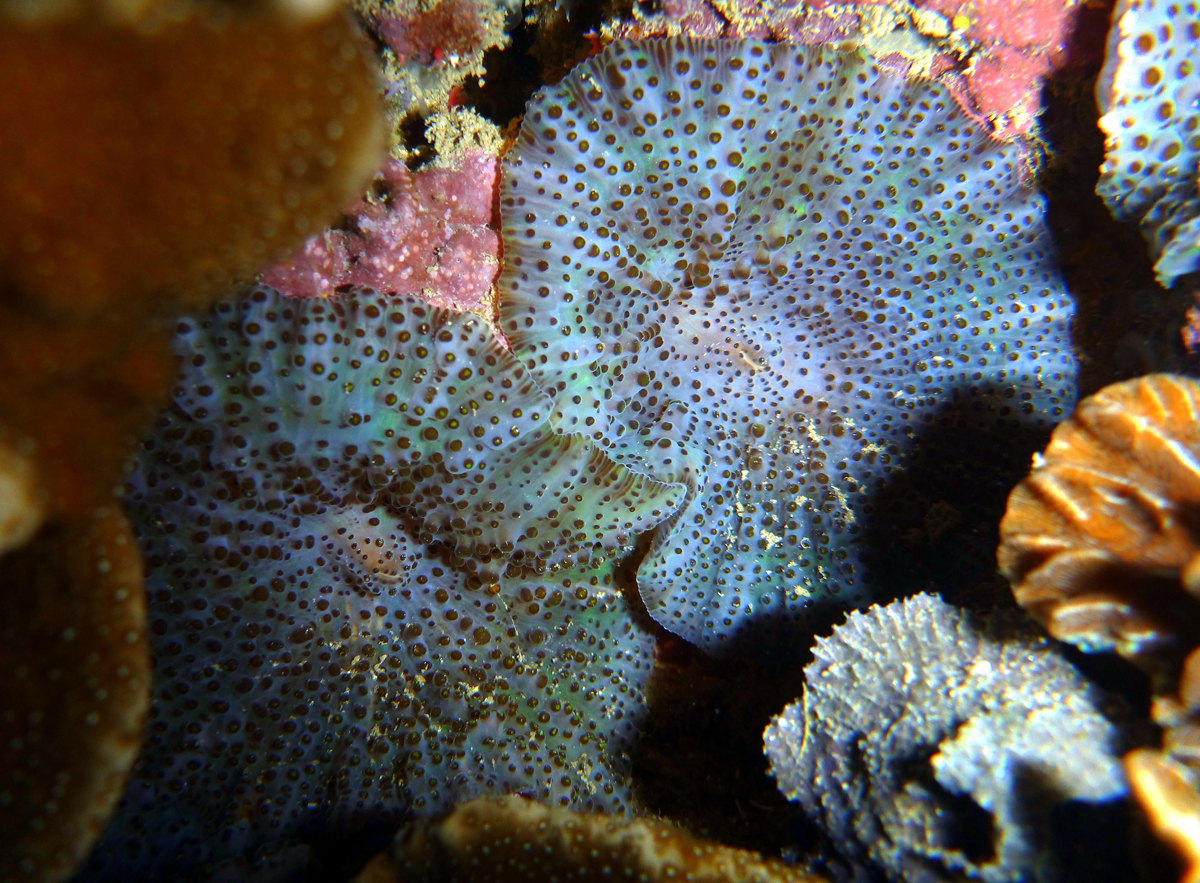
Corallimorphe? non identifié (peut-être Discosoma sp. ?)
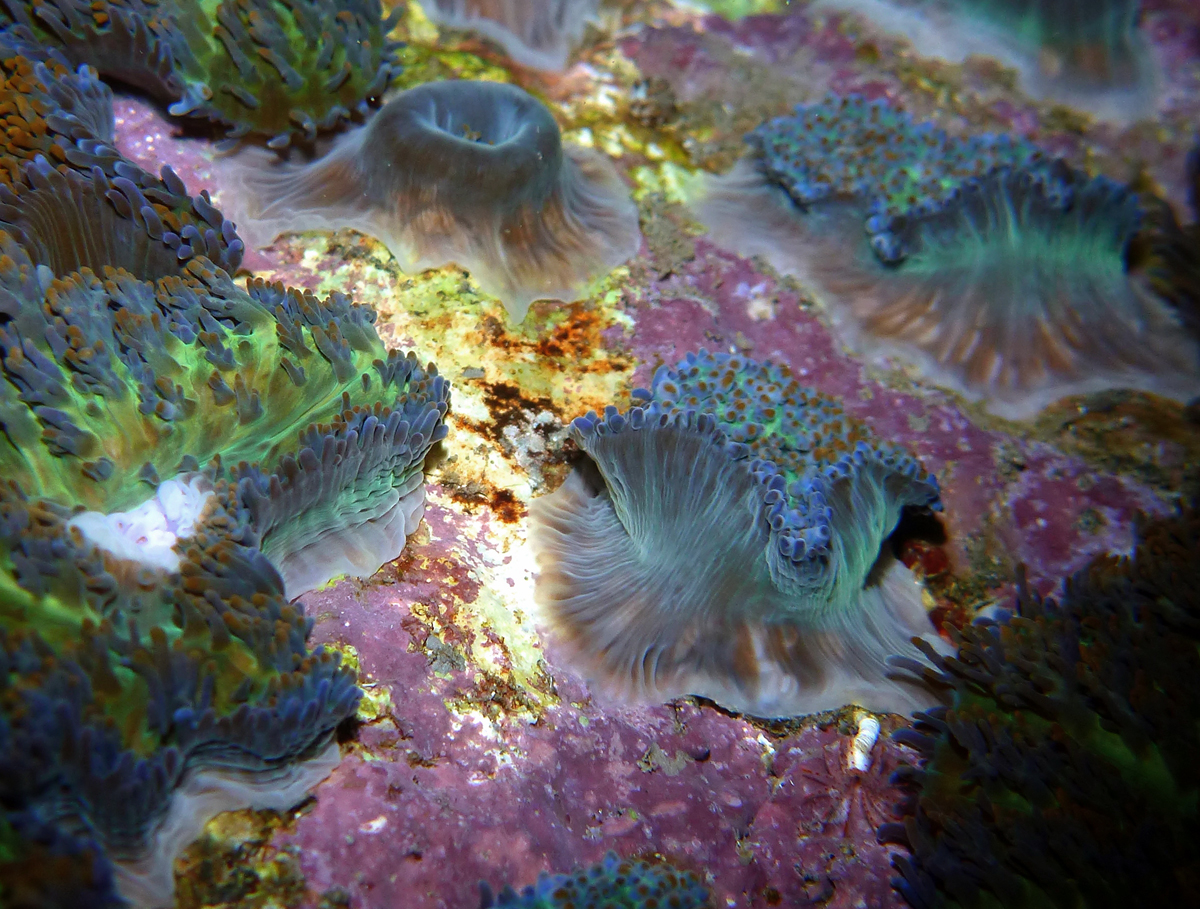
Une colonie d'anthozoaires non identifiés.
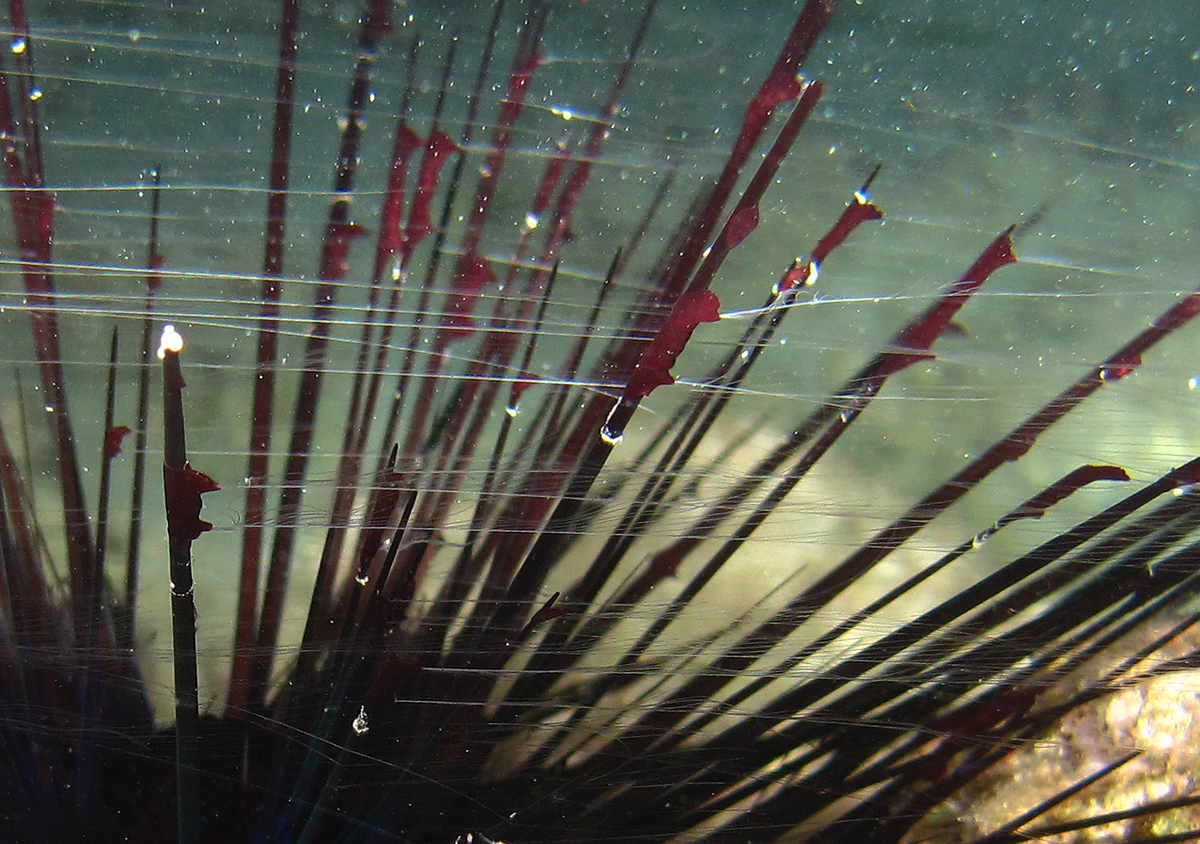
Des cténophores benthiques (peut-être Coeloplana bannwarthii) commensaux sont accrochés aux piquants de cet oursin. Ce ne sont pas des cnidaires, mais constituent un autre embranchement proche.

## Éponges
Les spongiaires (éponges) sont regroupés dans l’embranchement des Porifera (du latin « porus », trou, et « ferre », porter). L’absence de système nerveux qui les caractérise les fait souvent prendre pour des algues ou des végétaux. Elles peuvent avoir des formes, des couleurs et des tailles très diverses. Leur rigidité est due à la présence de millions d'ossicules calcaires ou siliceux indépendants présents sous le derme (les spicules), mais certaines espèces les remplacent par des fibres de spongine. Elles respirent et se nourrissent en filtrant de grandes quantités d’eau au moyen d’une multitude de pores inhalants et d’un pore exhalant, appelé oscule. Une éponge carnivore a cependant été découverte en 1992. Les éponges se reproduisent par voie sexuée ou par bourgeonnement. À La Réunion plusieurs espèces d'éponges colonisent les lagons. Les espèces des familles Clionaidae et Axinellidae sont les plus fréquentes, mais les données scientifiques sont encore lacunaires sur ces populations. Le contact avec certaines espèces peut provoquer des irritations ou des brûlures.
Chez de nombreuses éponges, la variabilité morphologique est telle que la détermination de l’espèce ne peut se faire qu’à l’issue d’un examen microscopique des spicules : l'identification par photographie est donc souvent très délicate. En conséquence, ce chapitre illustre des formes observables, mais la détermination précise de l'espèce n'a pas toujours été possible.

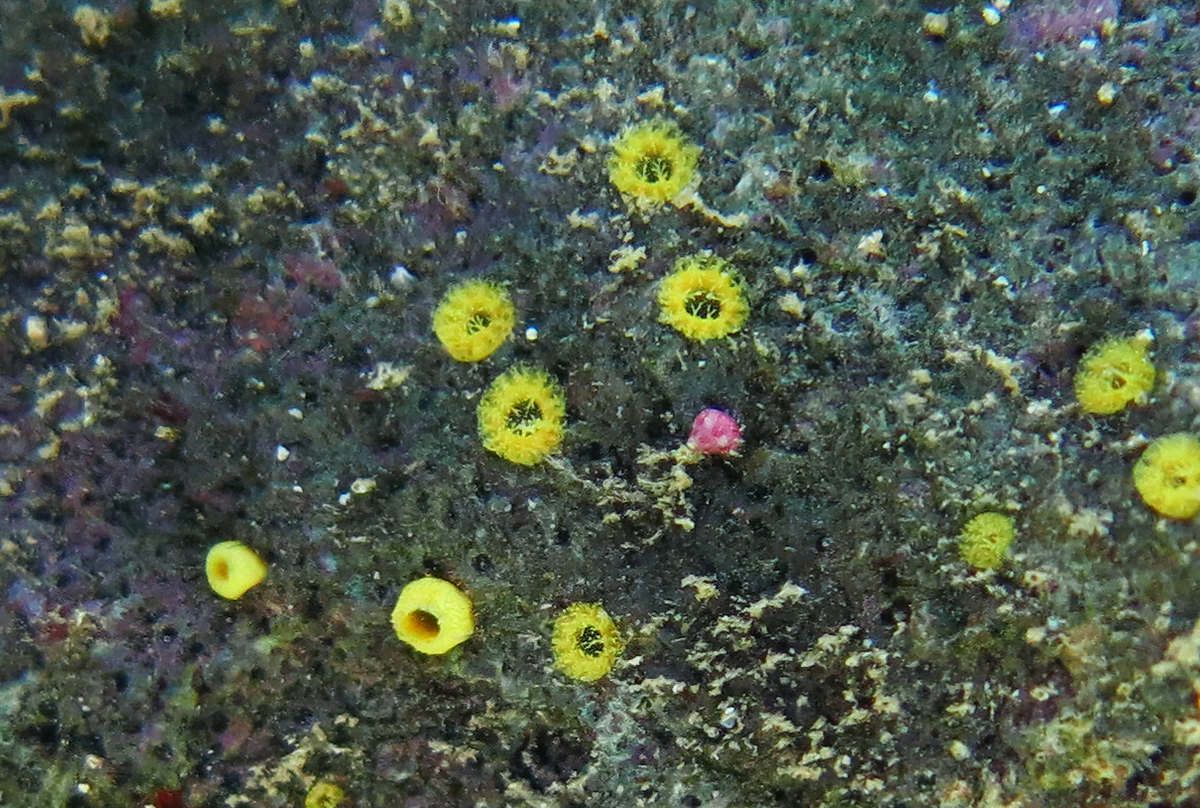
Cliona sp. (crépines d'aspiration, forme alpha)
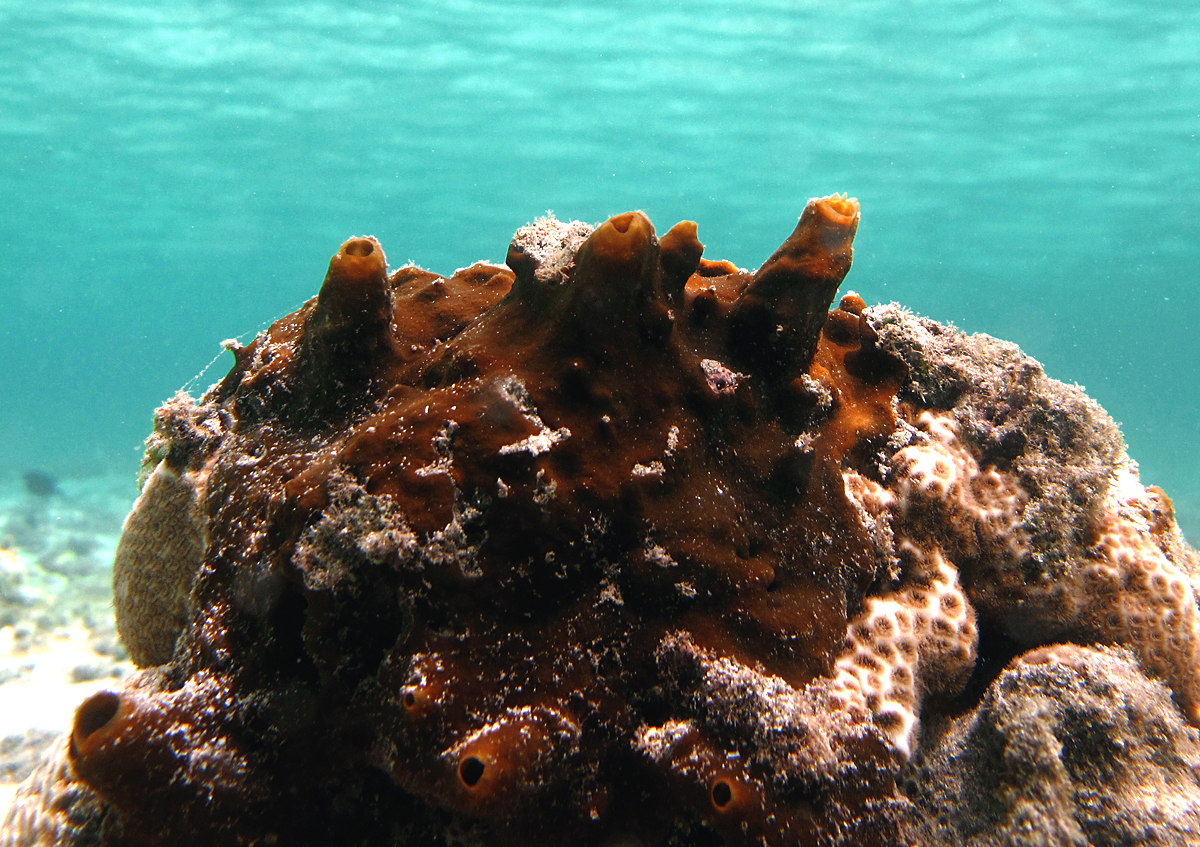
Spheciospongia vagabunda
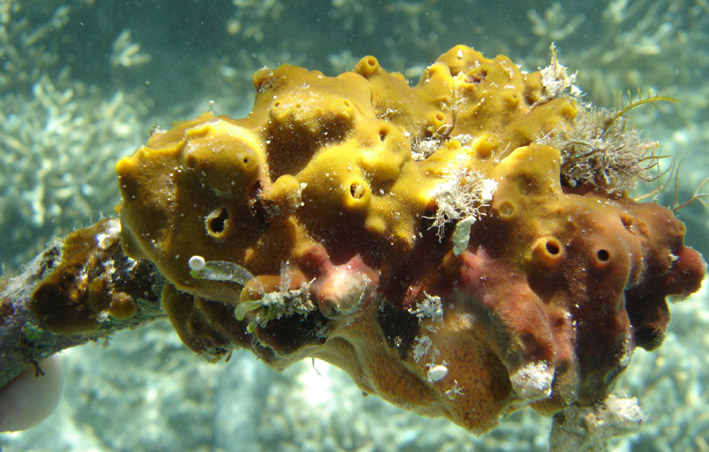
Spheciospongia inconstans
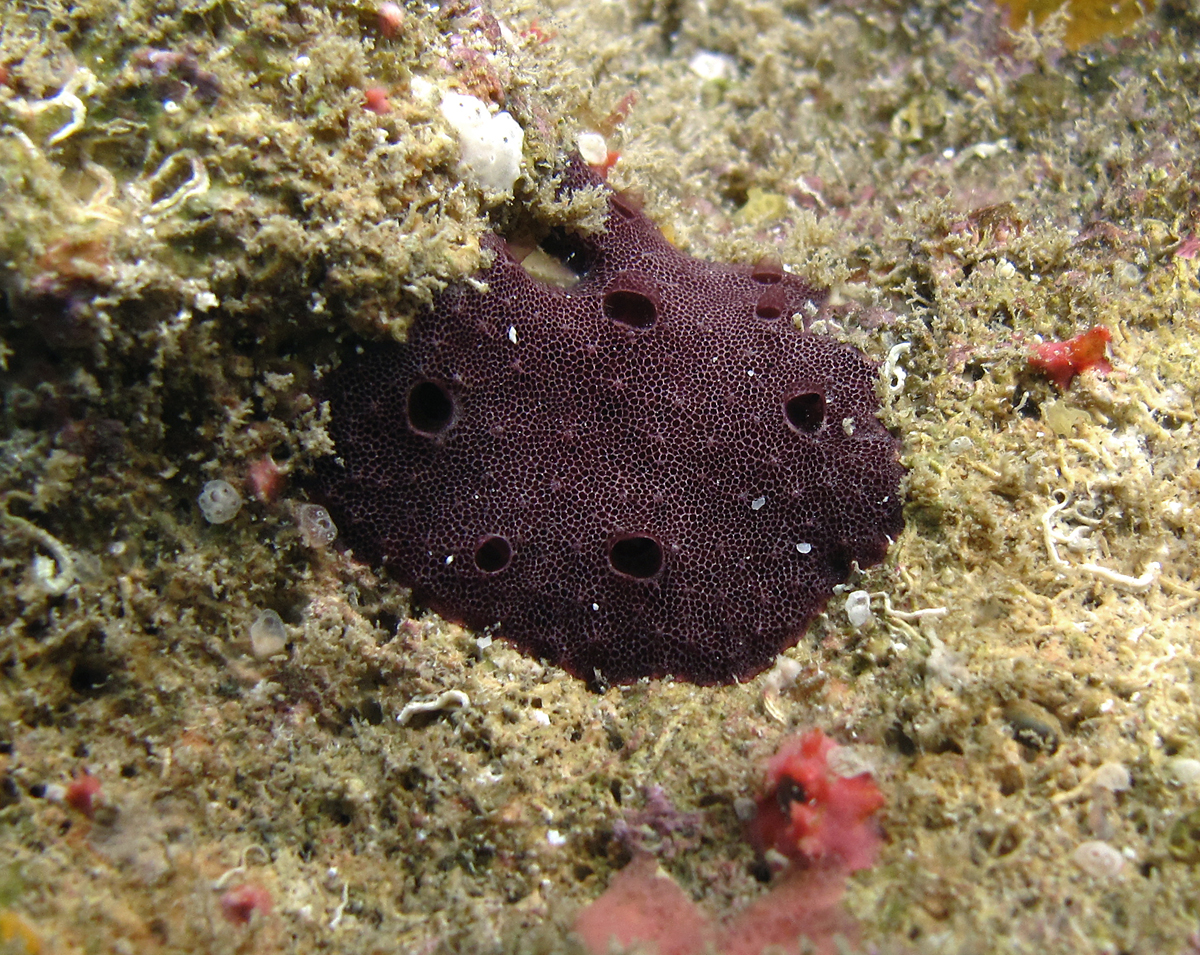
Une éponge Chelonaplysilla violacea
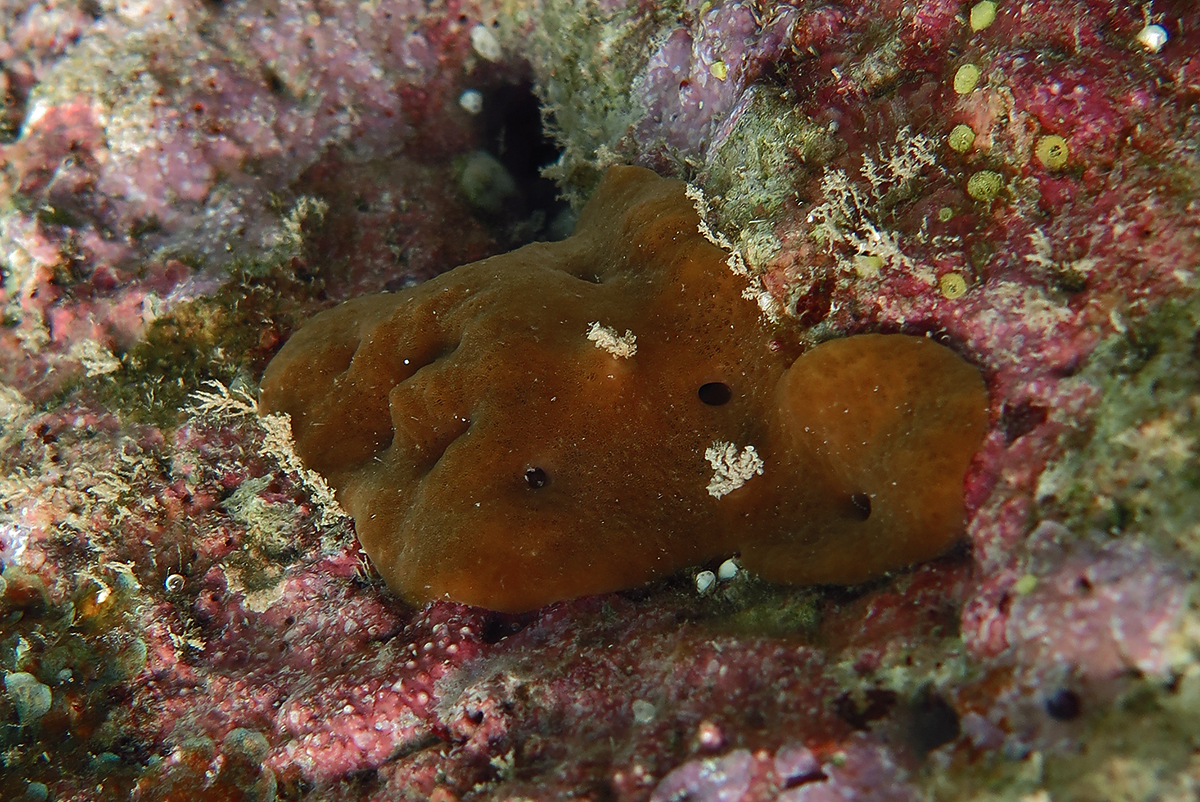
Plakortis sp. 2?
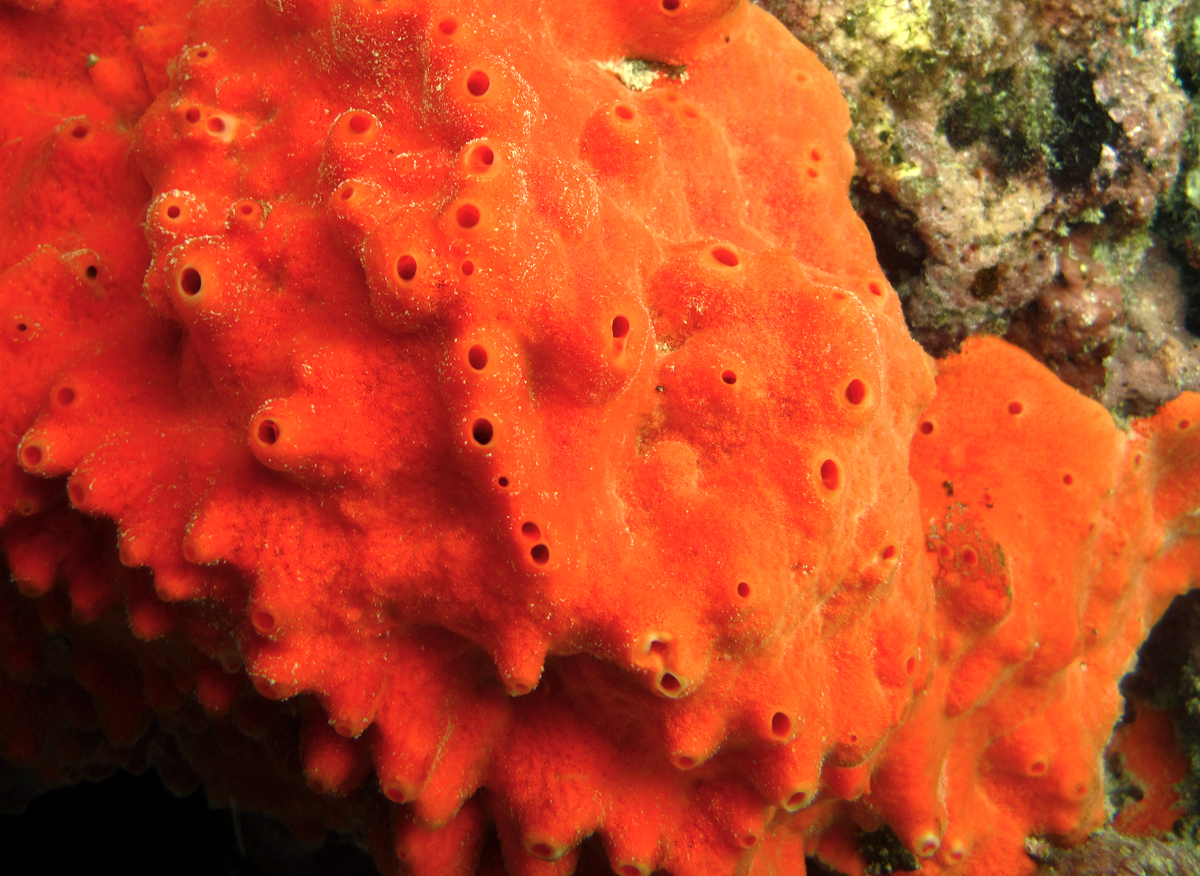
Une éponge Scopalina rubra?
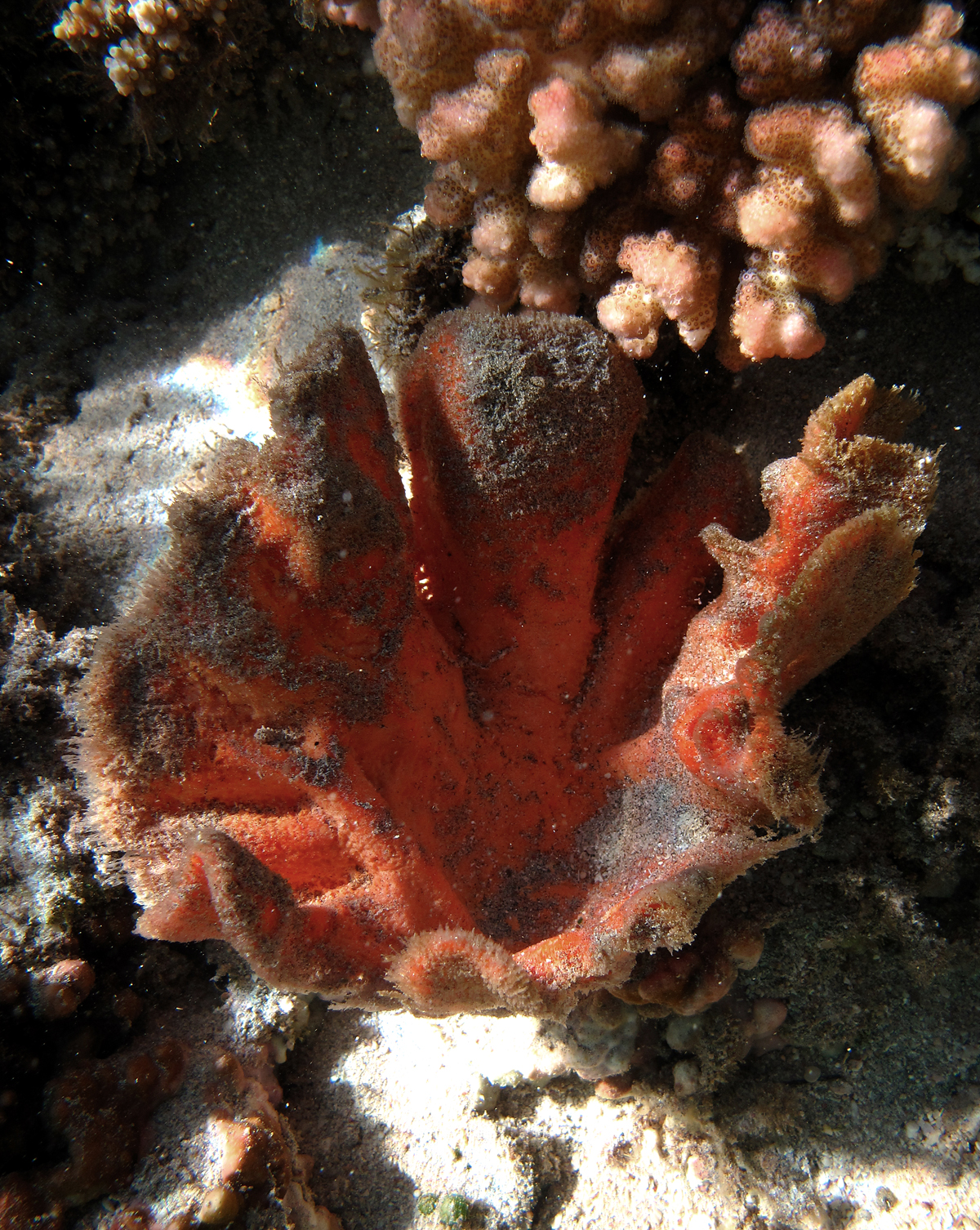
Une éponge oreille d'éléphant (Stylissa carteri)?
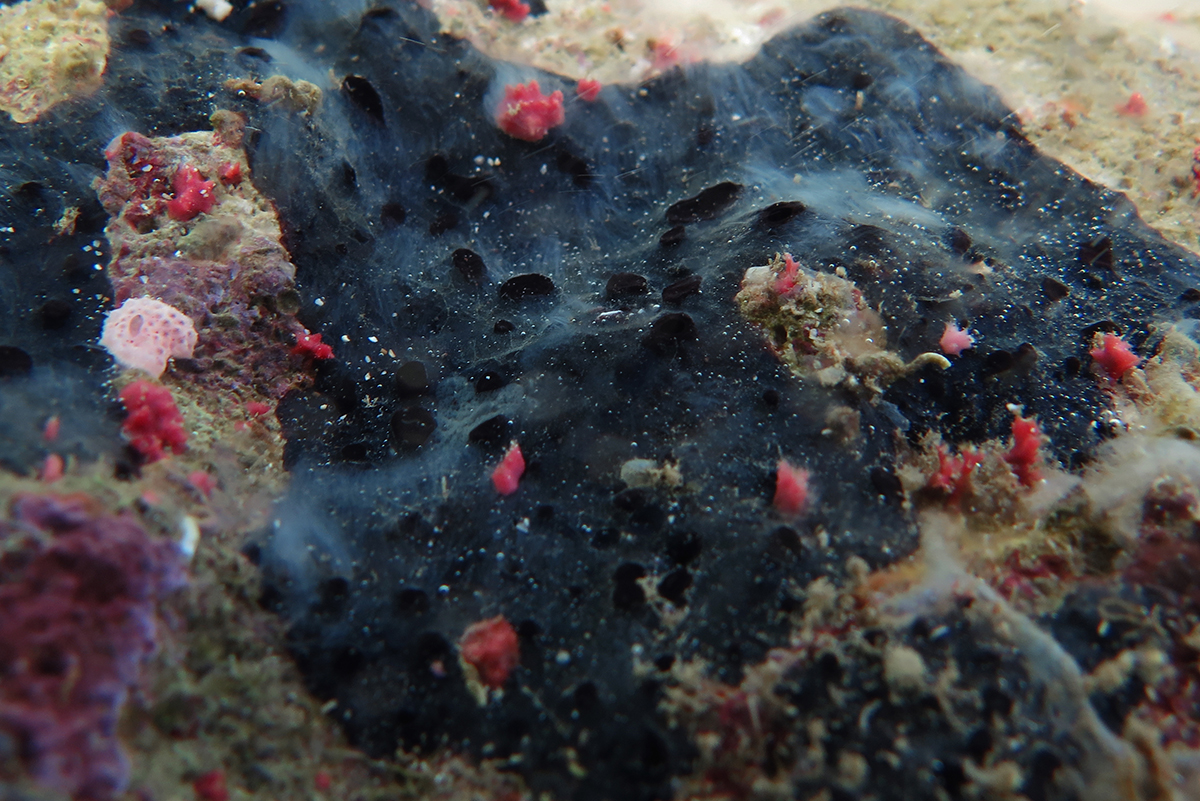
Lotrochota baculifera
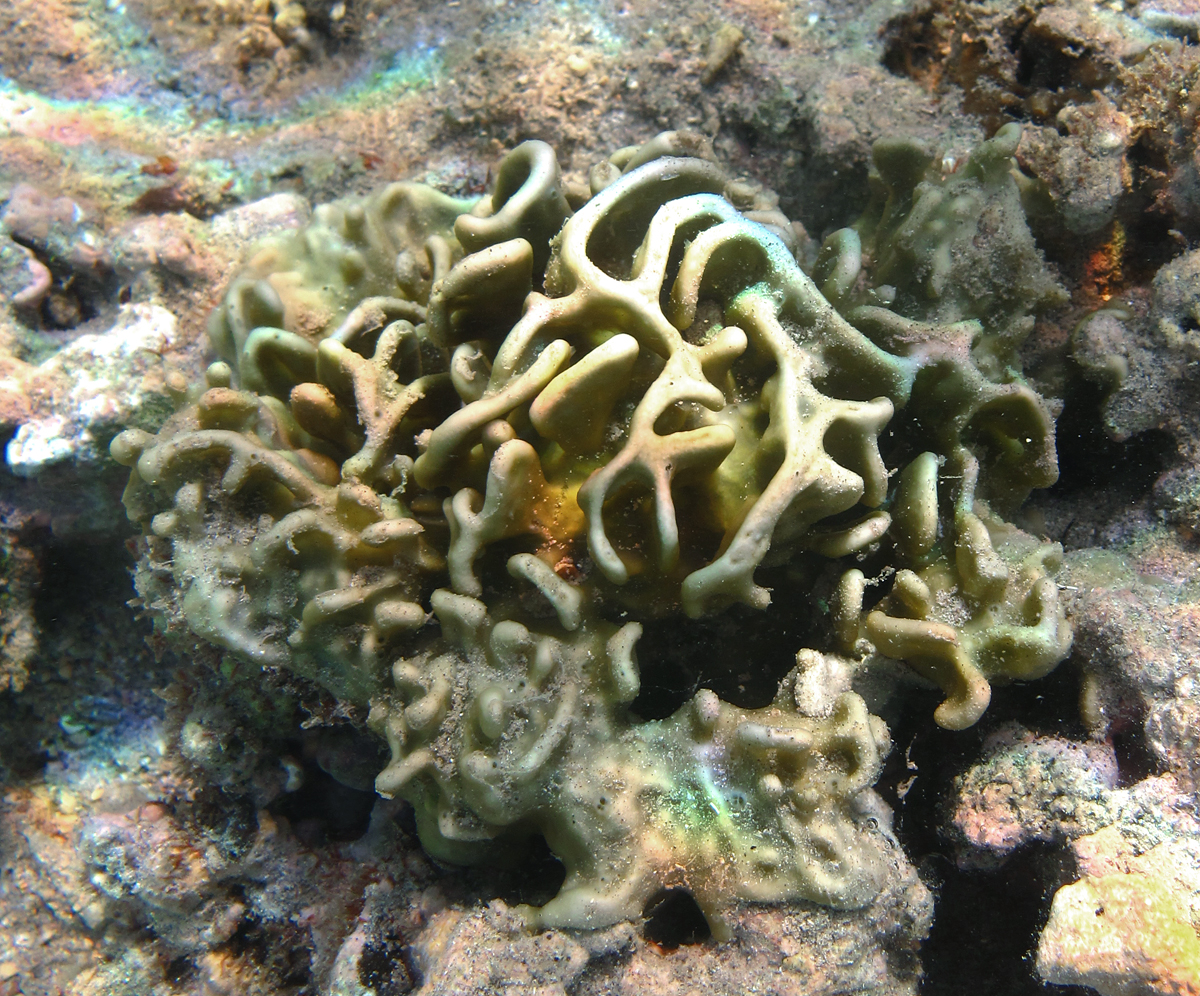
Lamellodysidea sp.
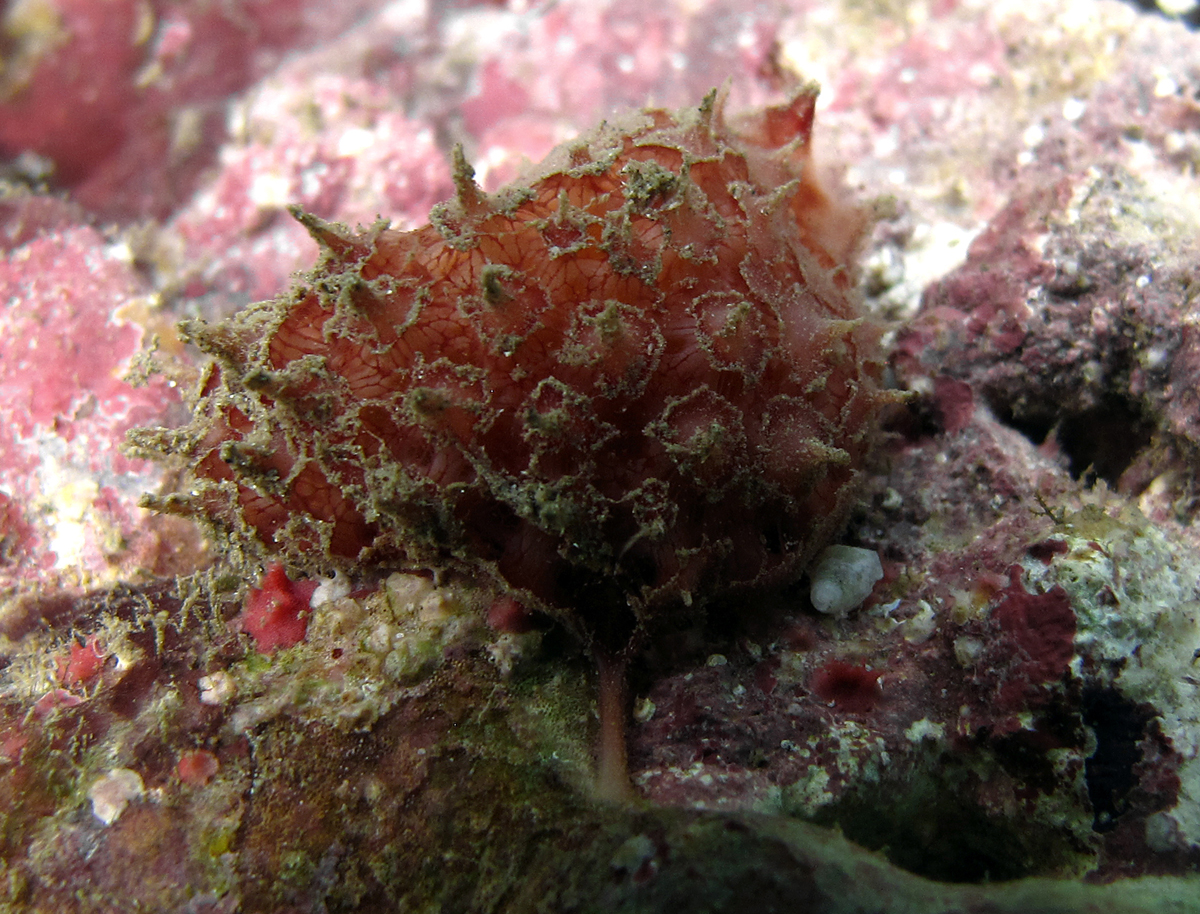
Une éponge de la famille des Tetillidae (peut-être Craniella sp.)
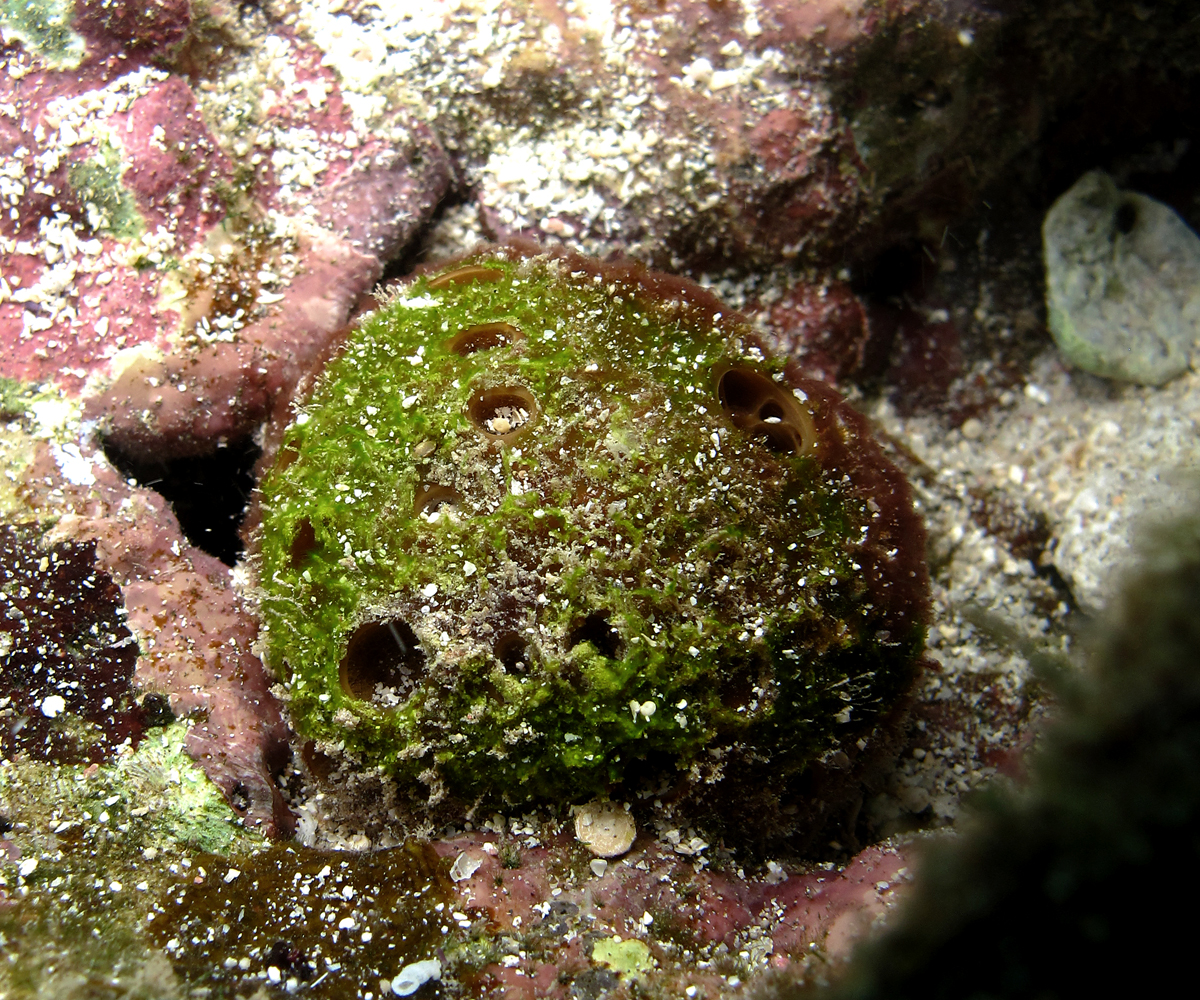
Une éponge de la famille des Tetillidae
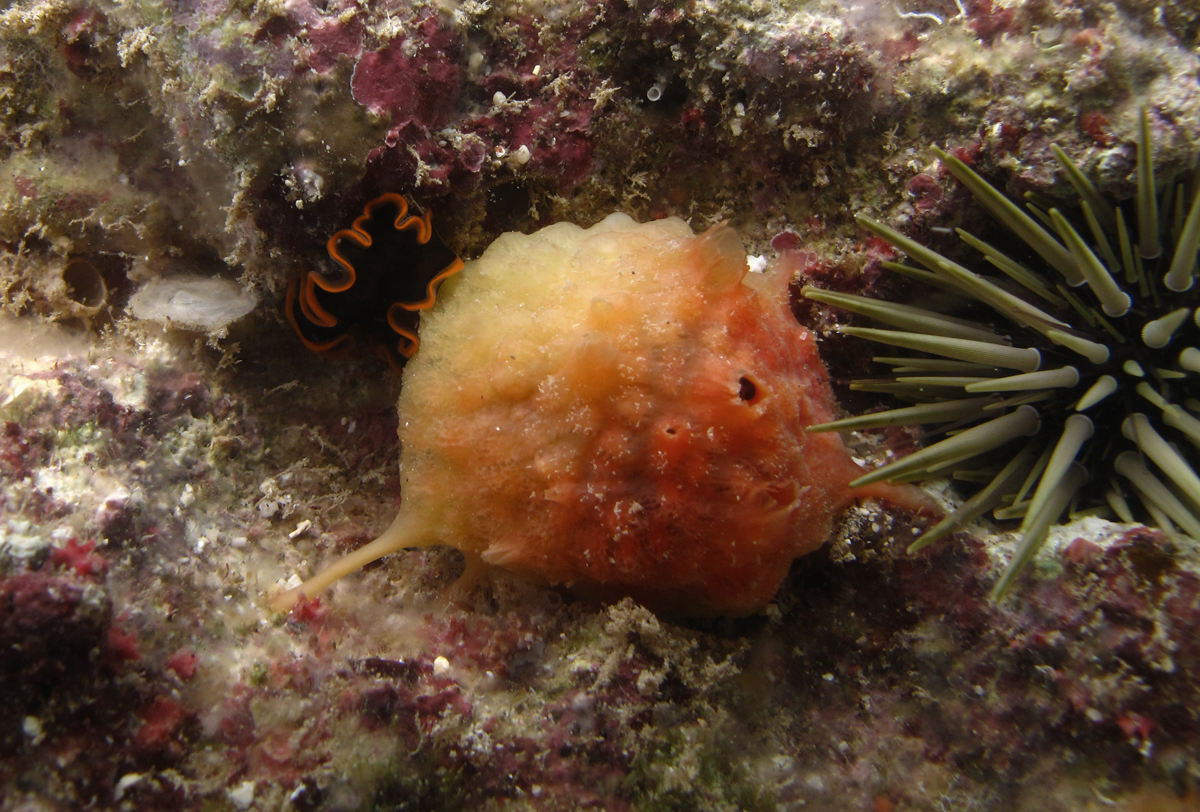
Une éponge du genre Tethya
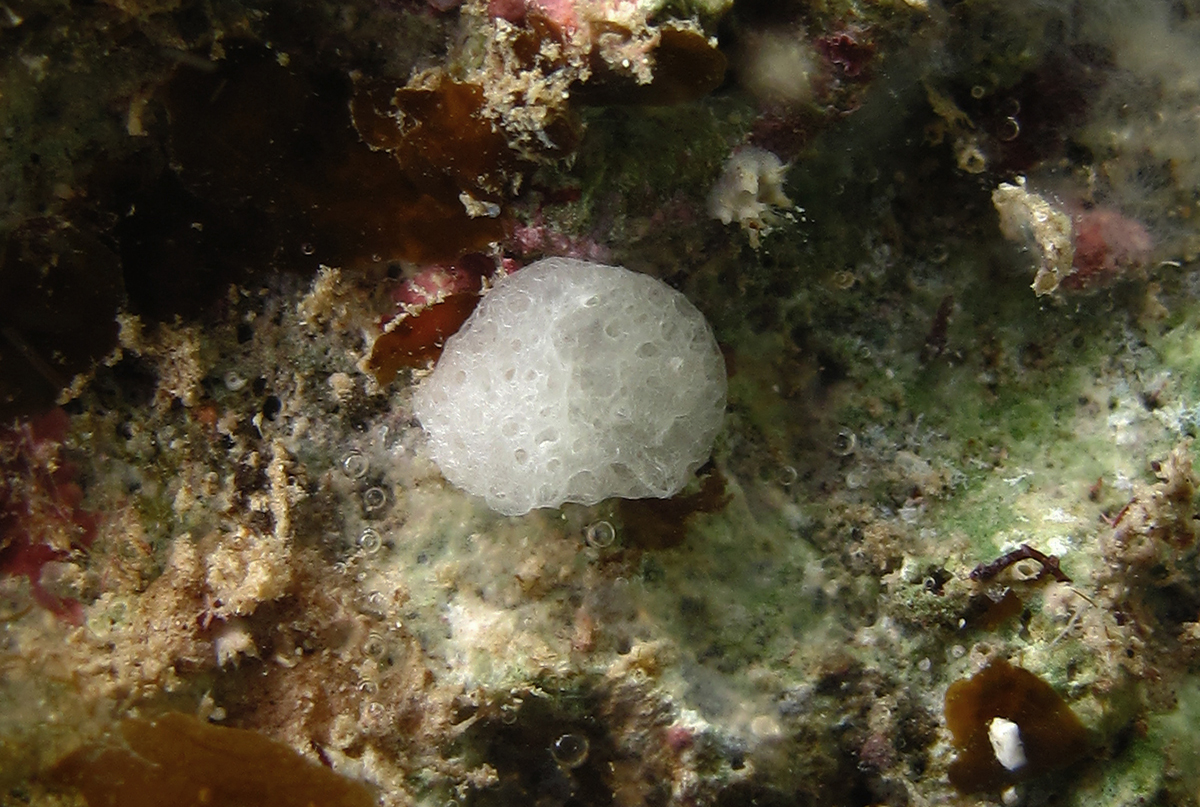
Une éponge du genre Ascandra
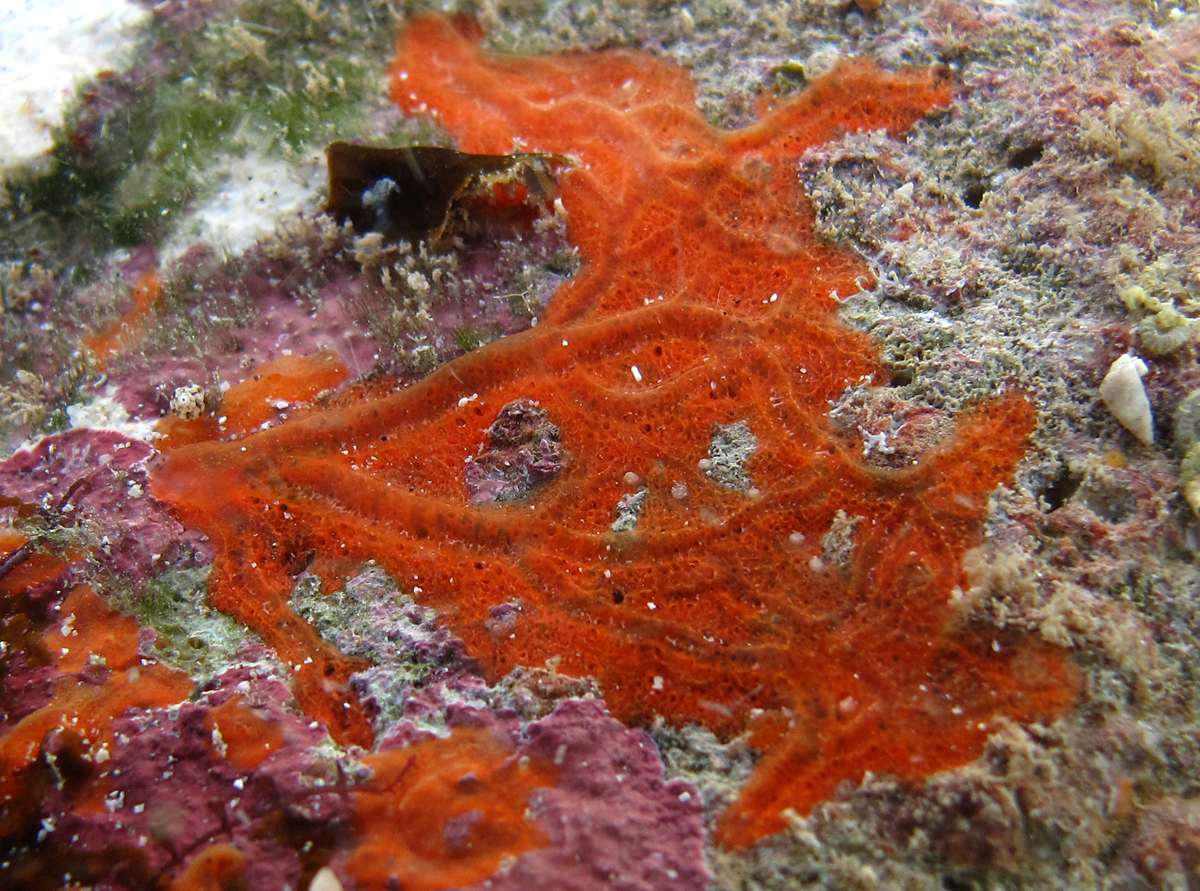
Une éponge du genre Clathria
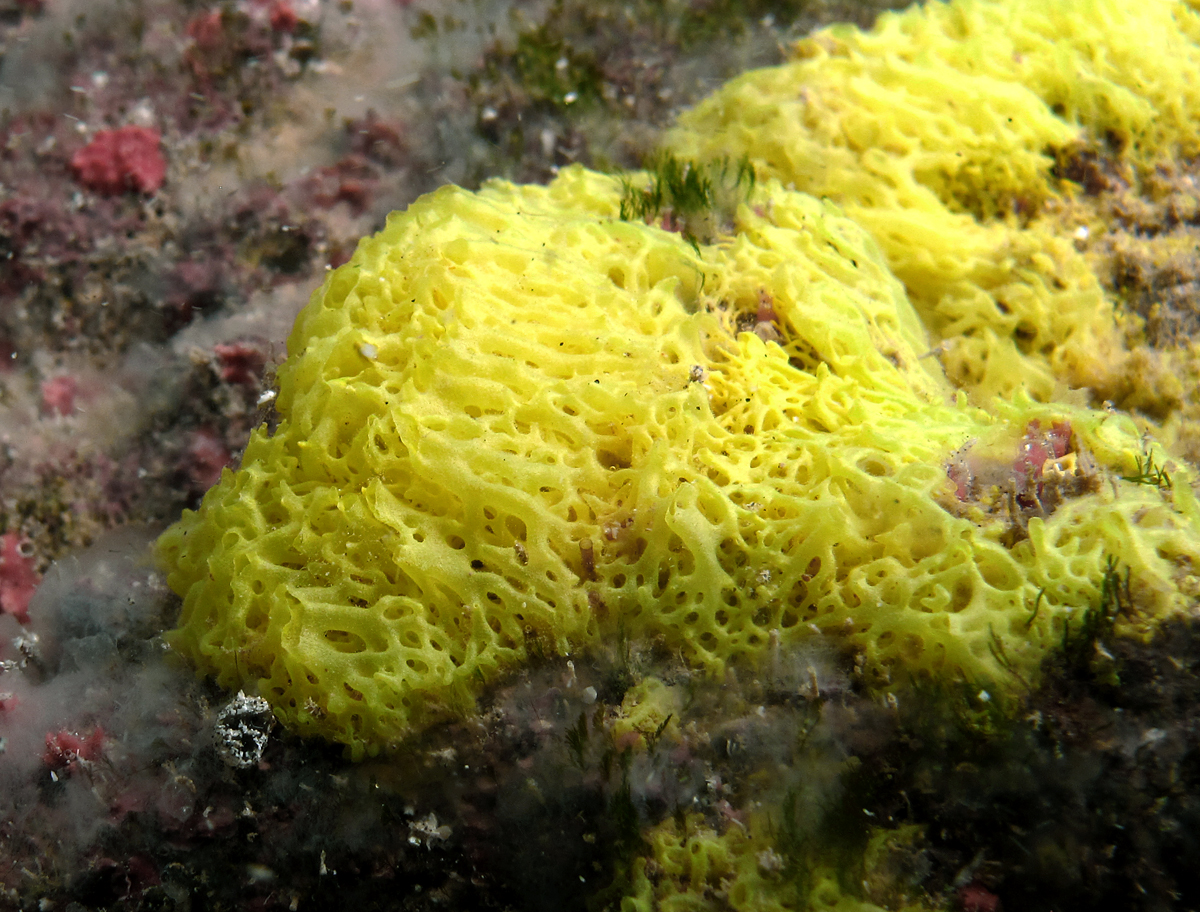
Une éponge du genre Clathrina
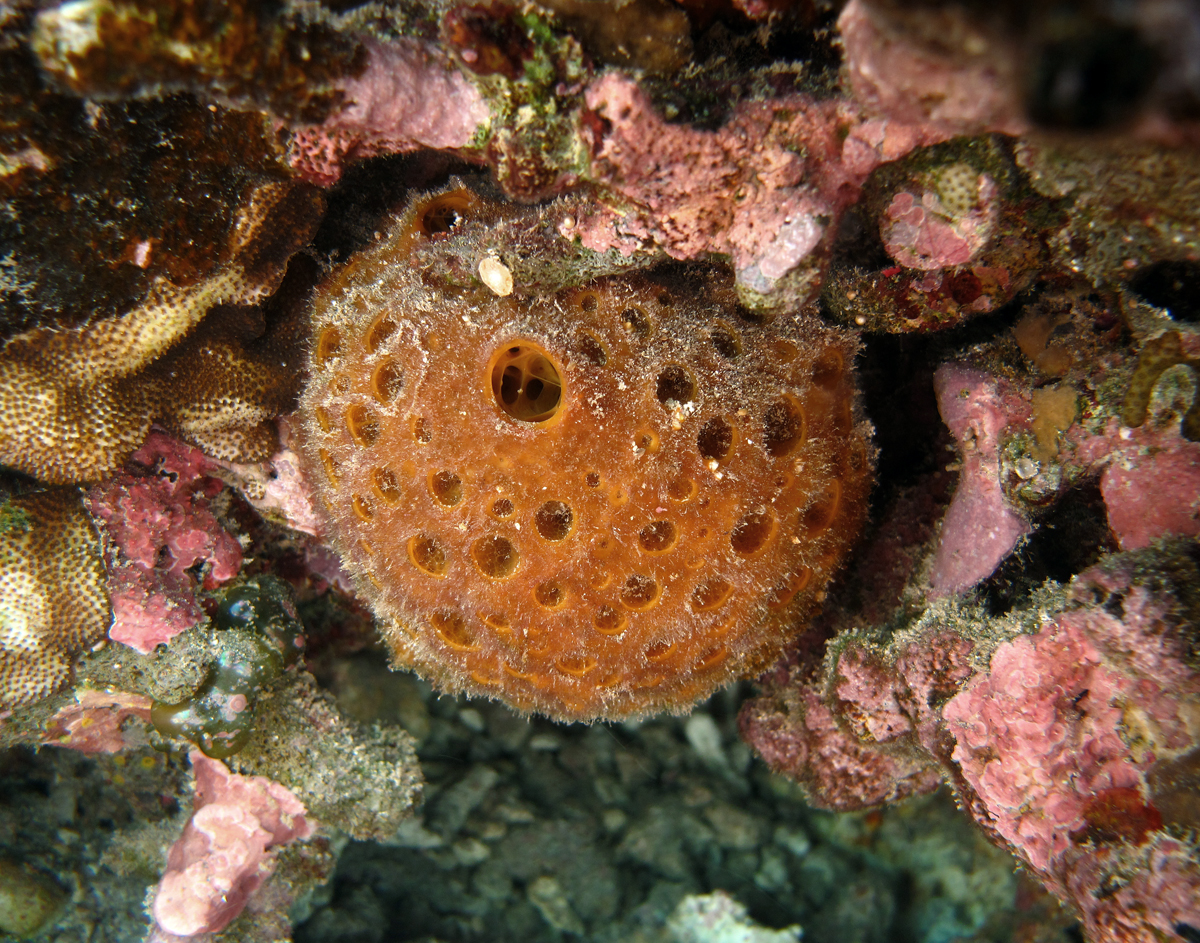
Une éponge du genre Cinachyrella
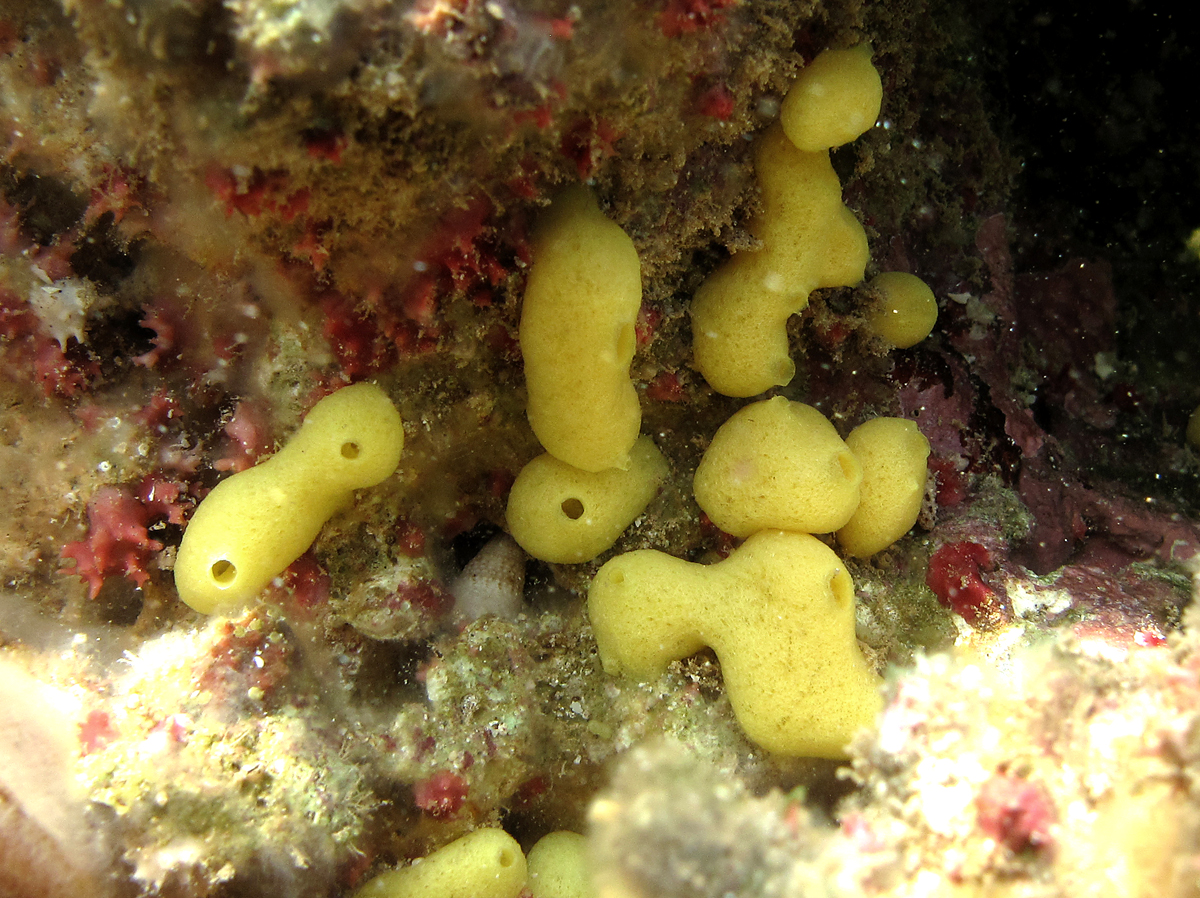
Leucetta chagonensis?
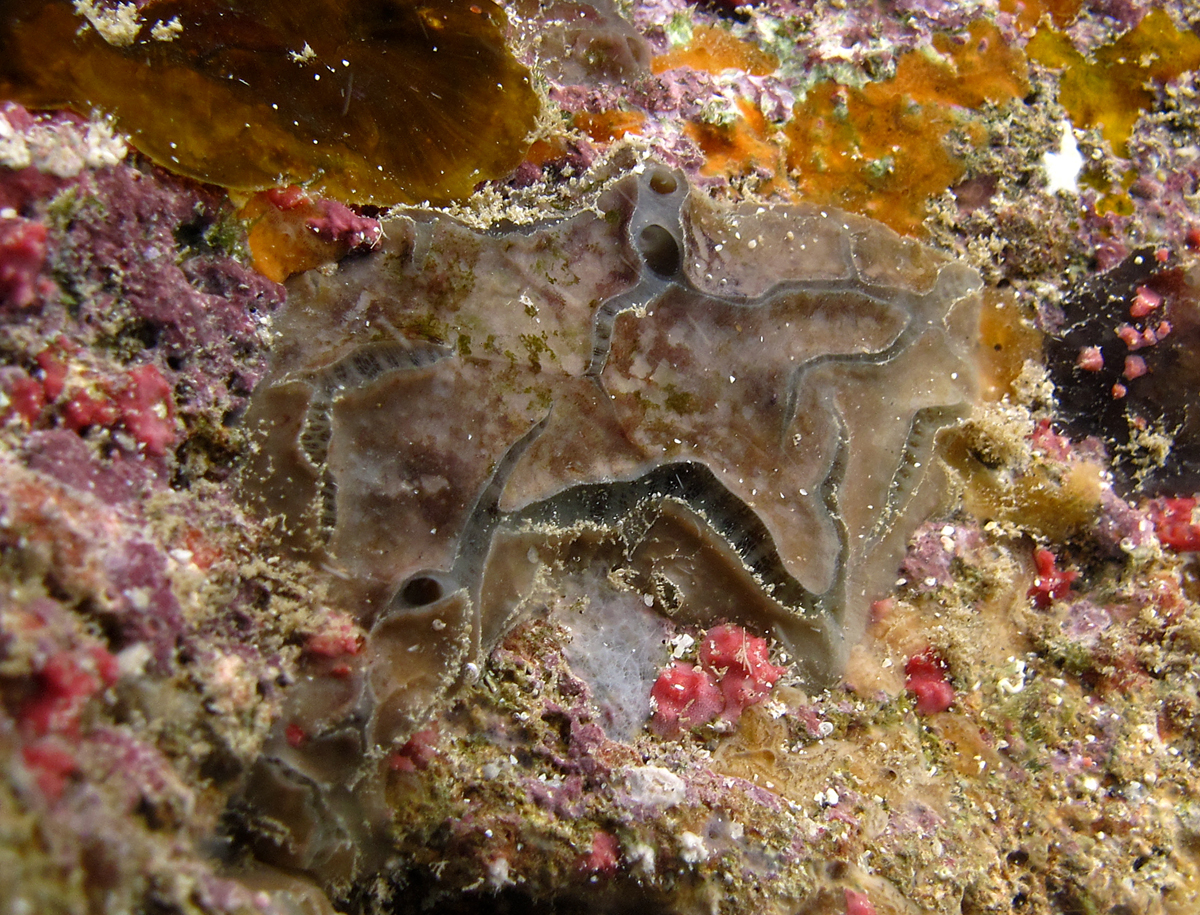
Une éponge du genre Placospongia
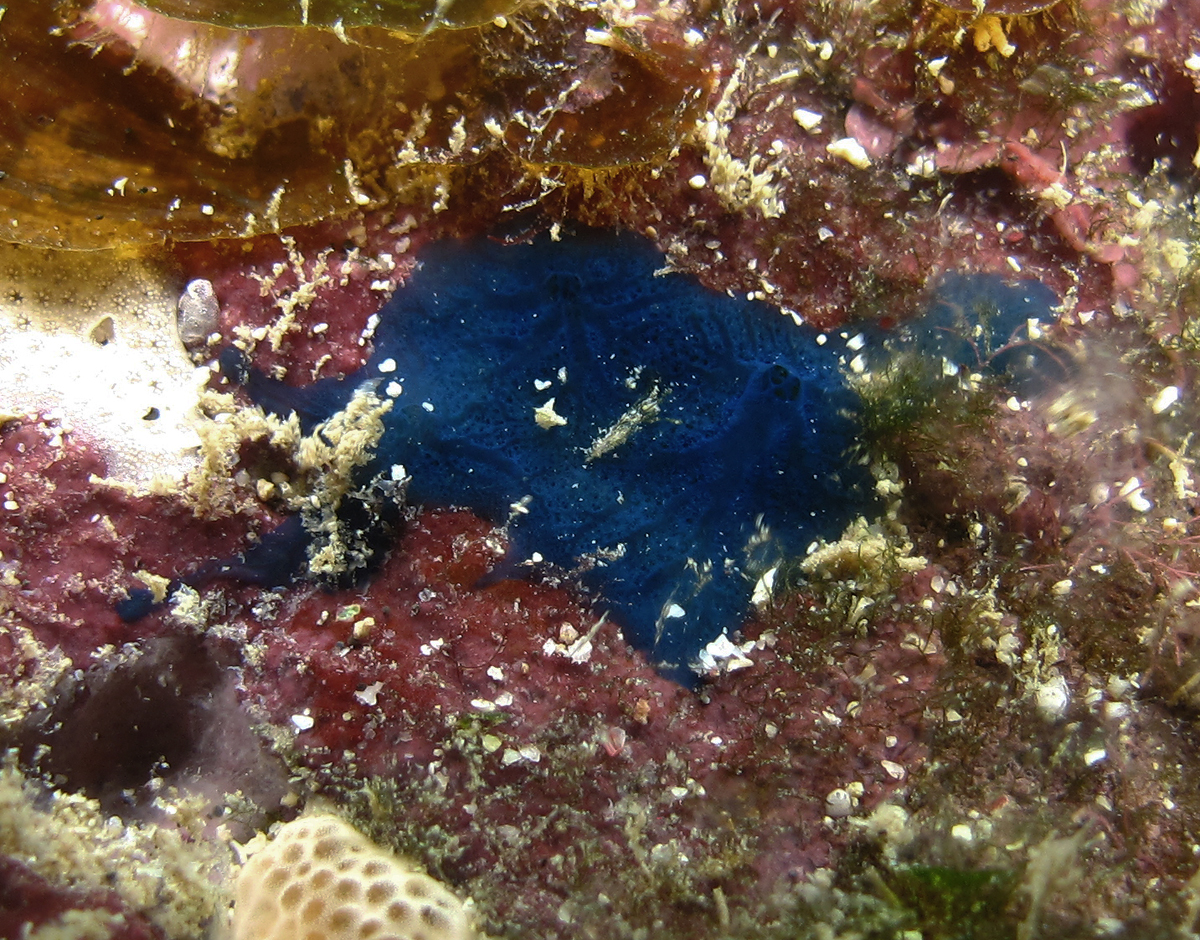
Une éponge du genre Terpios?
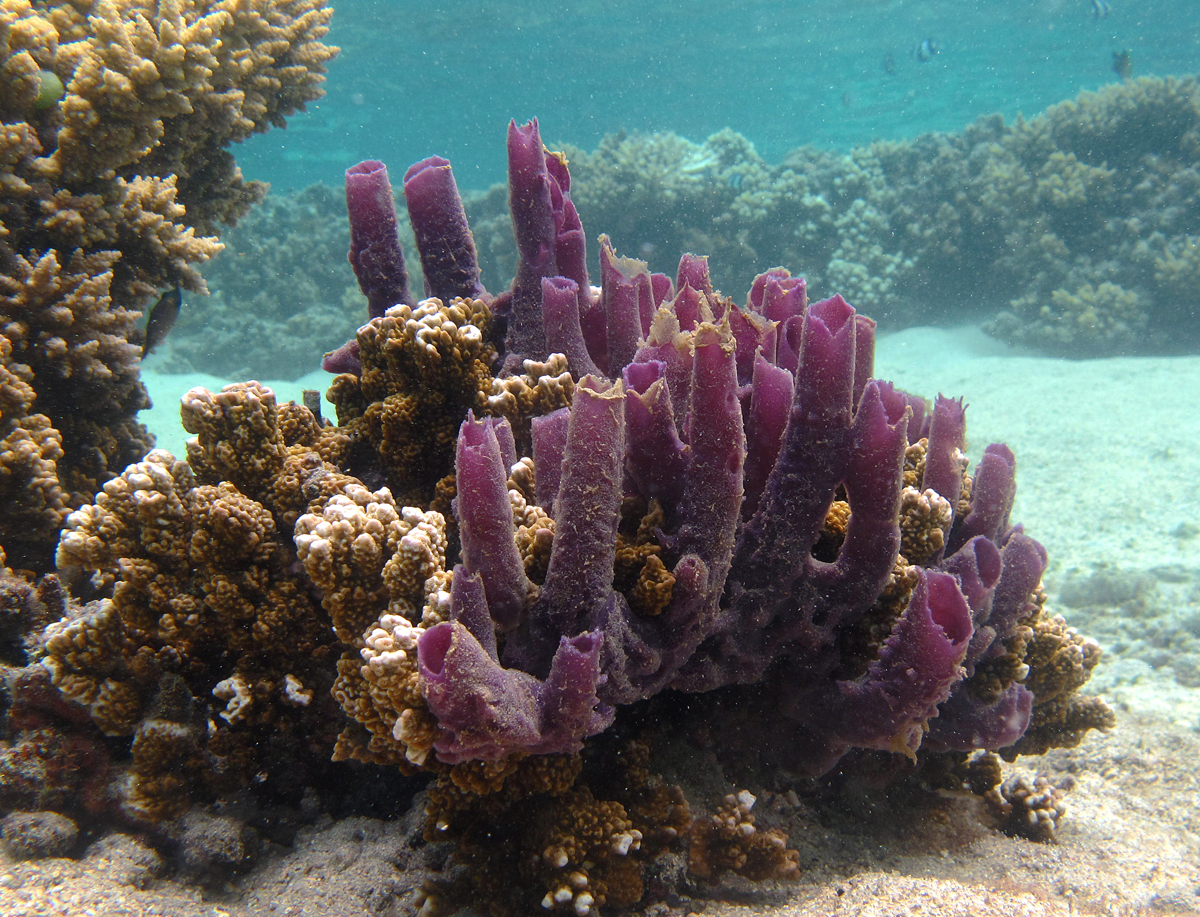
Haliclona sp. 1
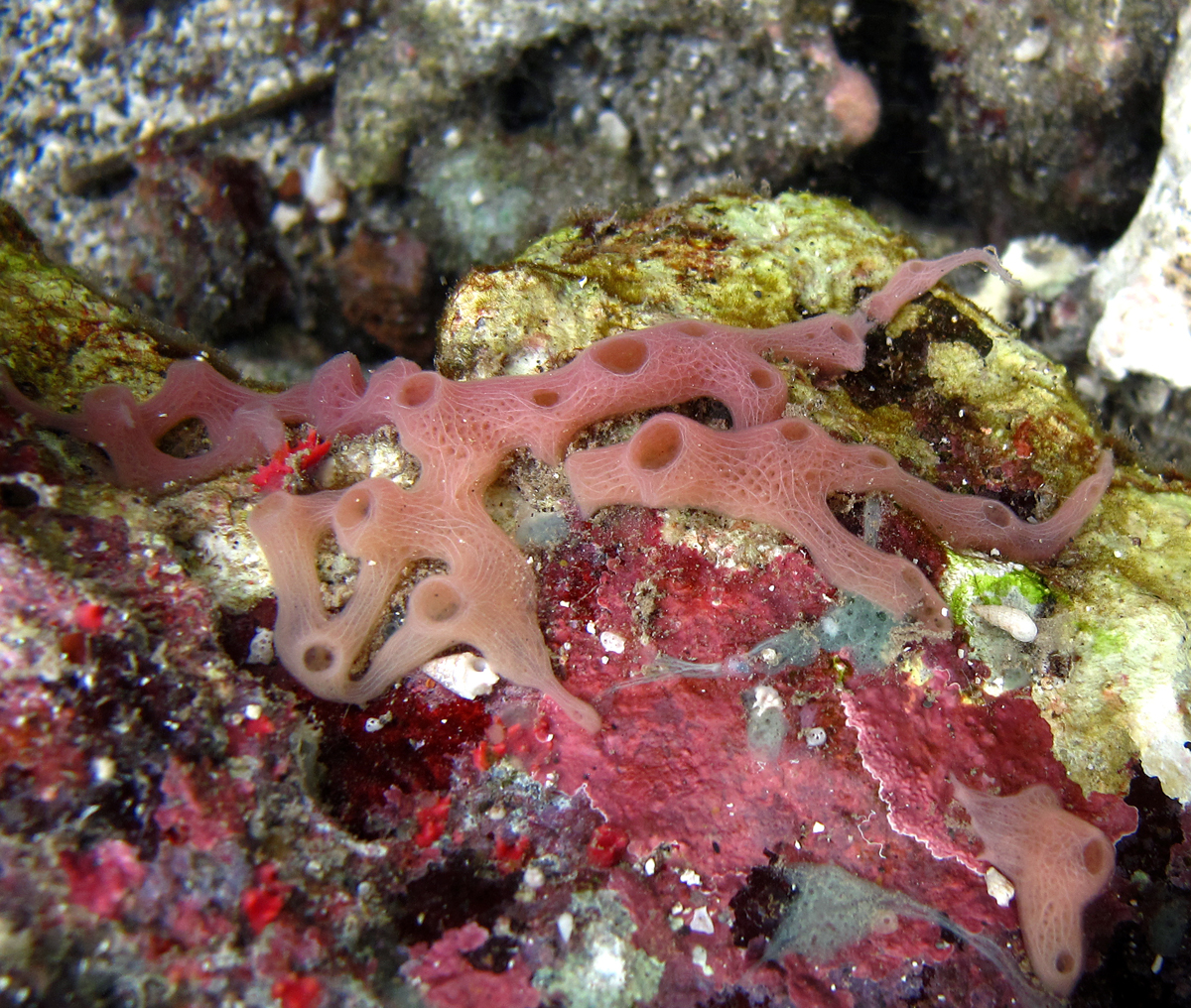
Haliclona sp.2?
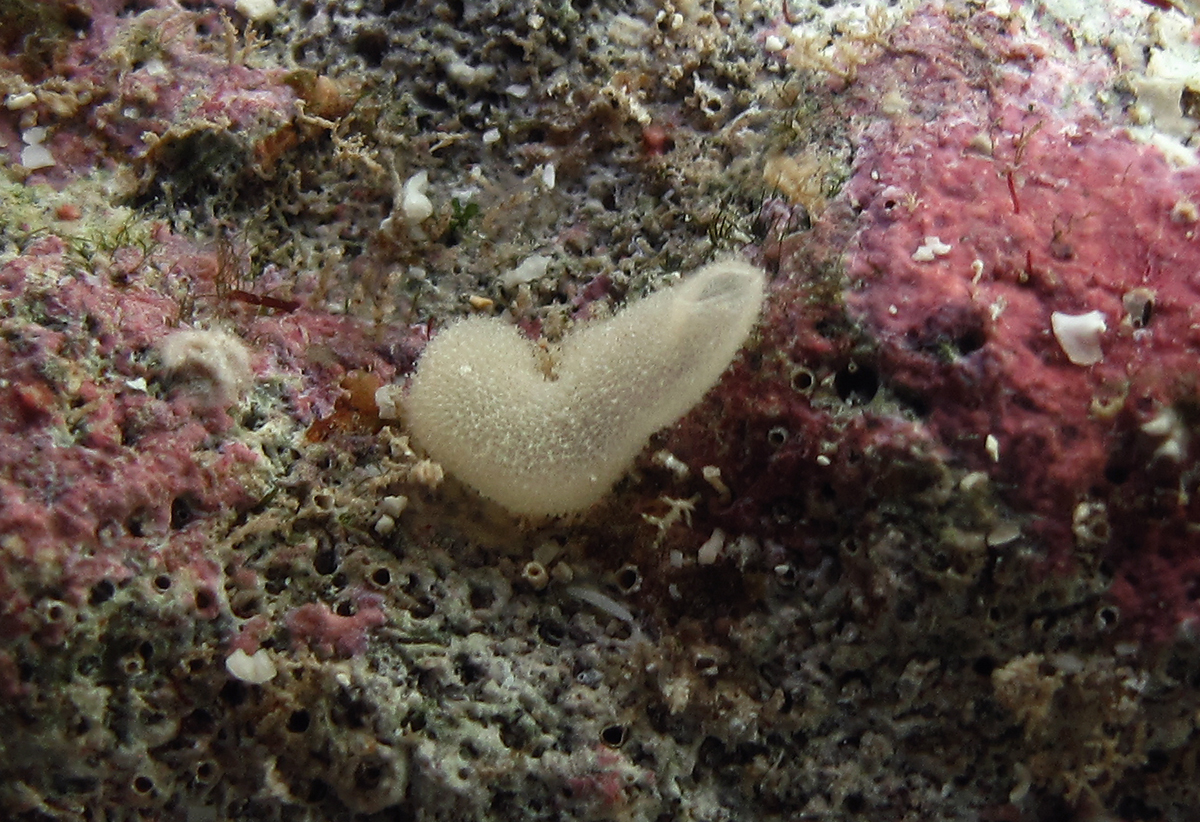
Sycon ciliatum?
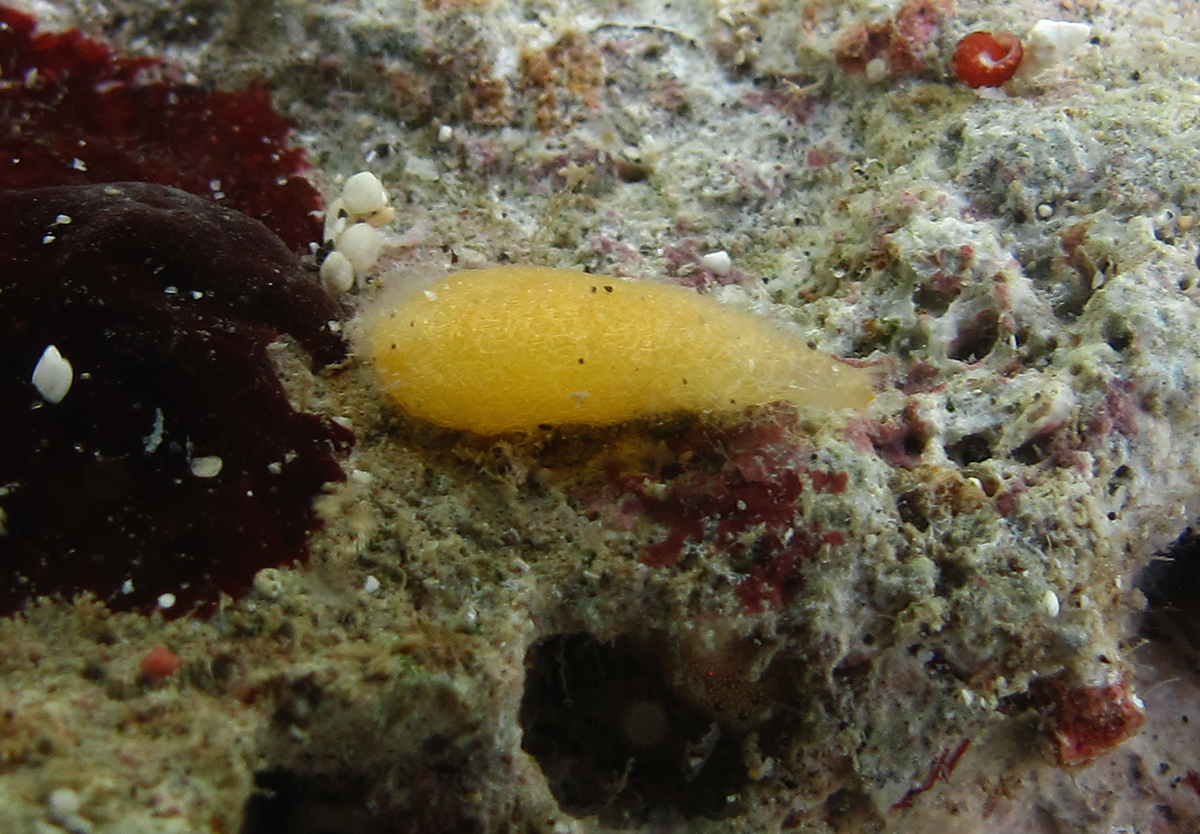
Une éponge calcaire du genre Sycon?
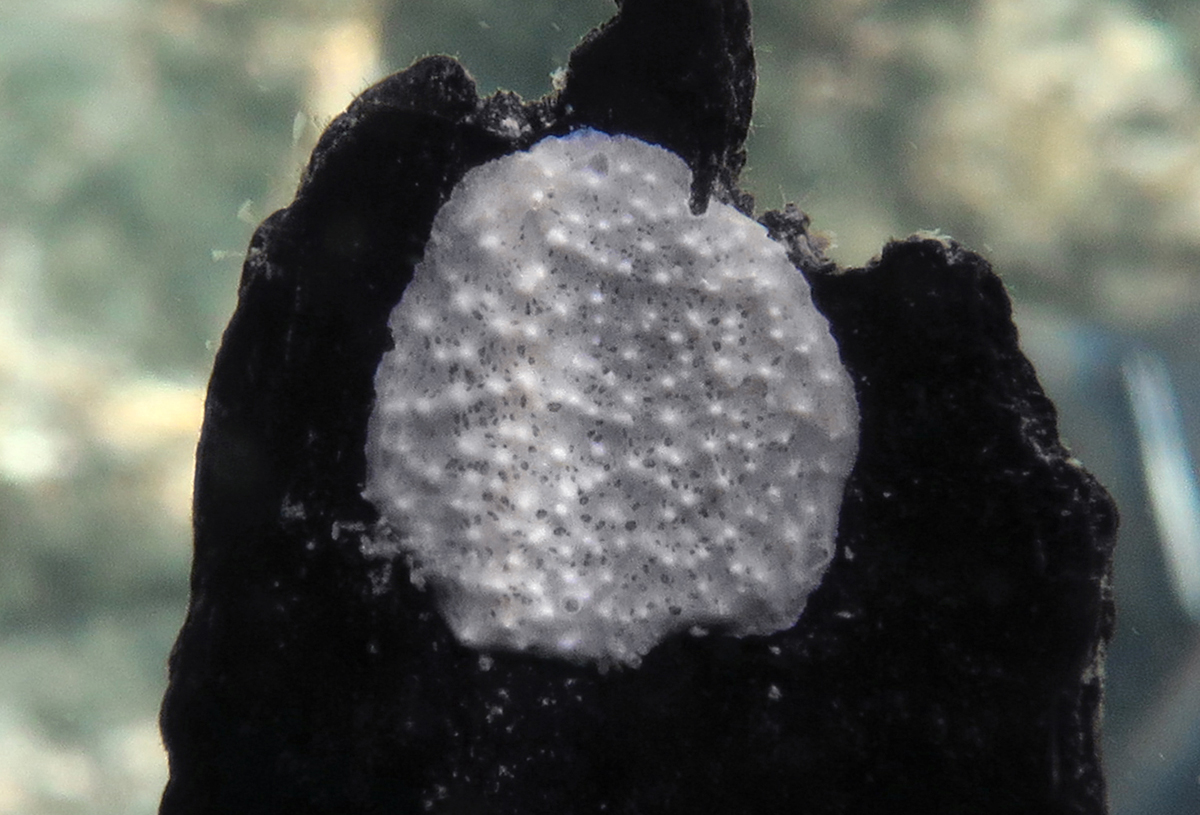
Une éponge non identifiée de la classe des Calcarea
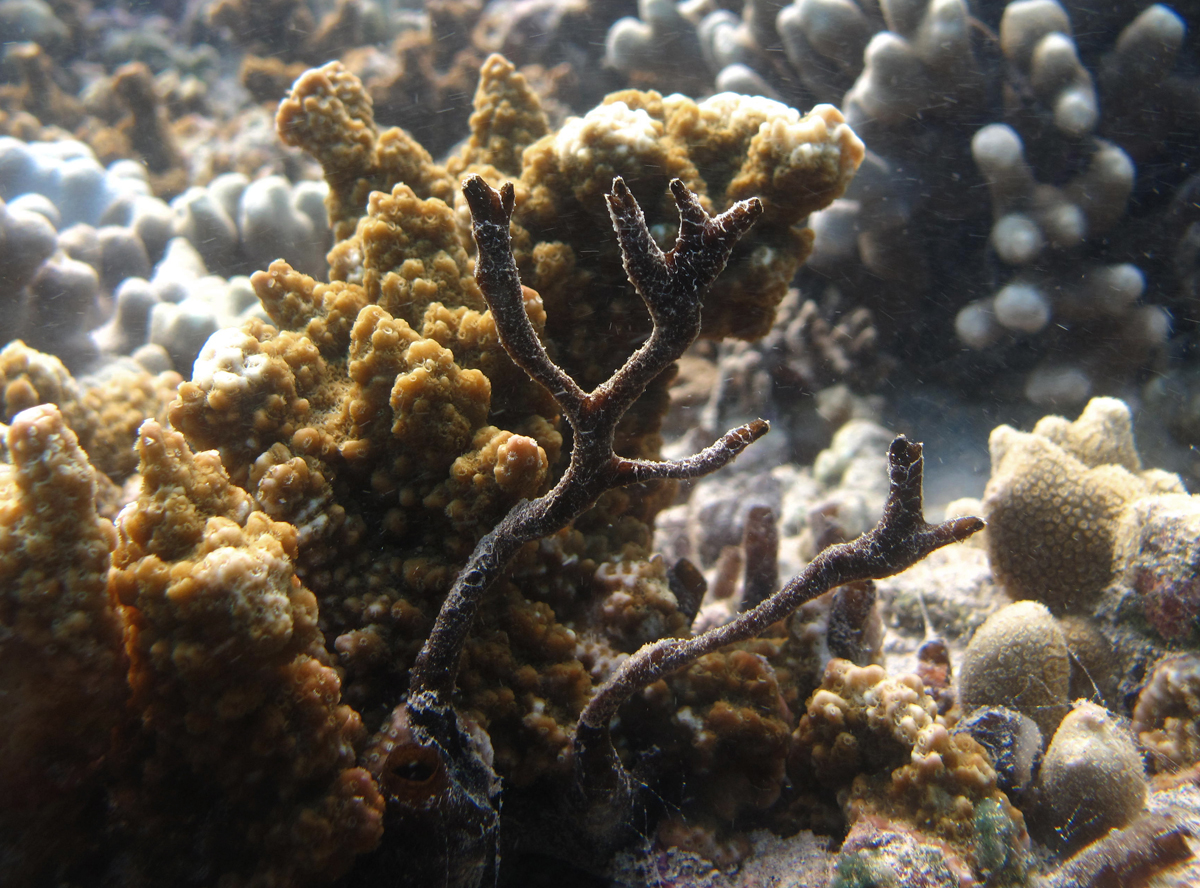
Une éponge arborescente non identifiée
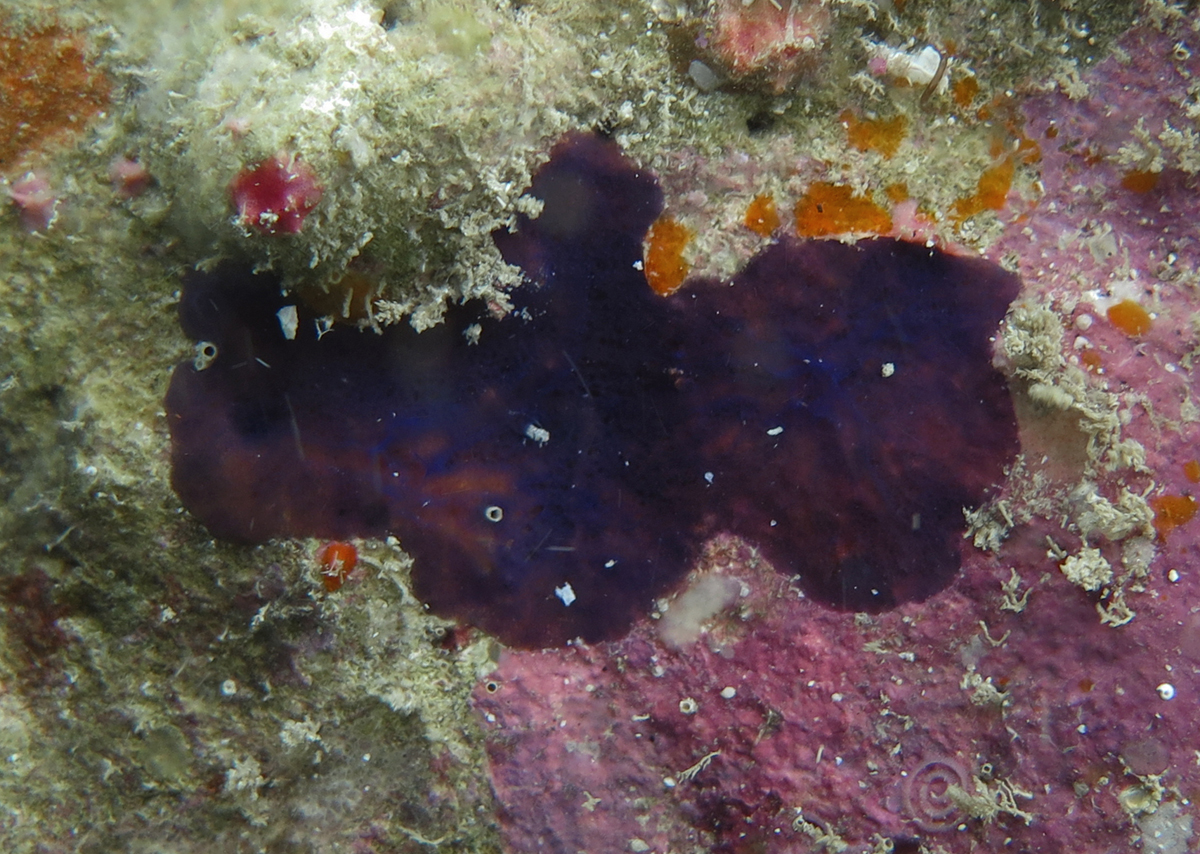
Une éponge encroûtante non identifiée
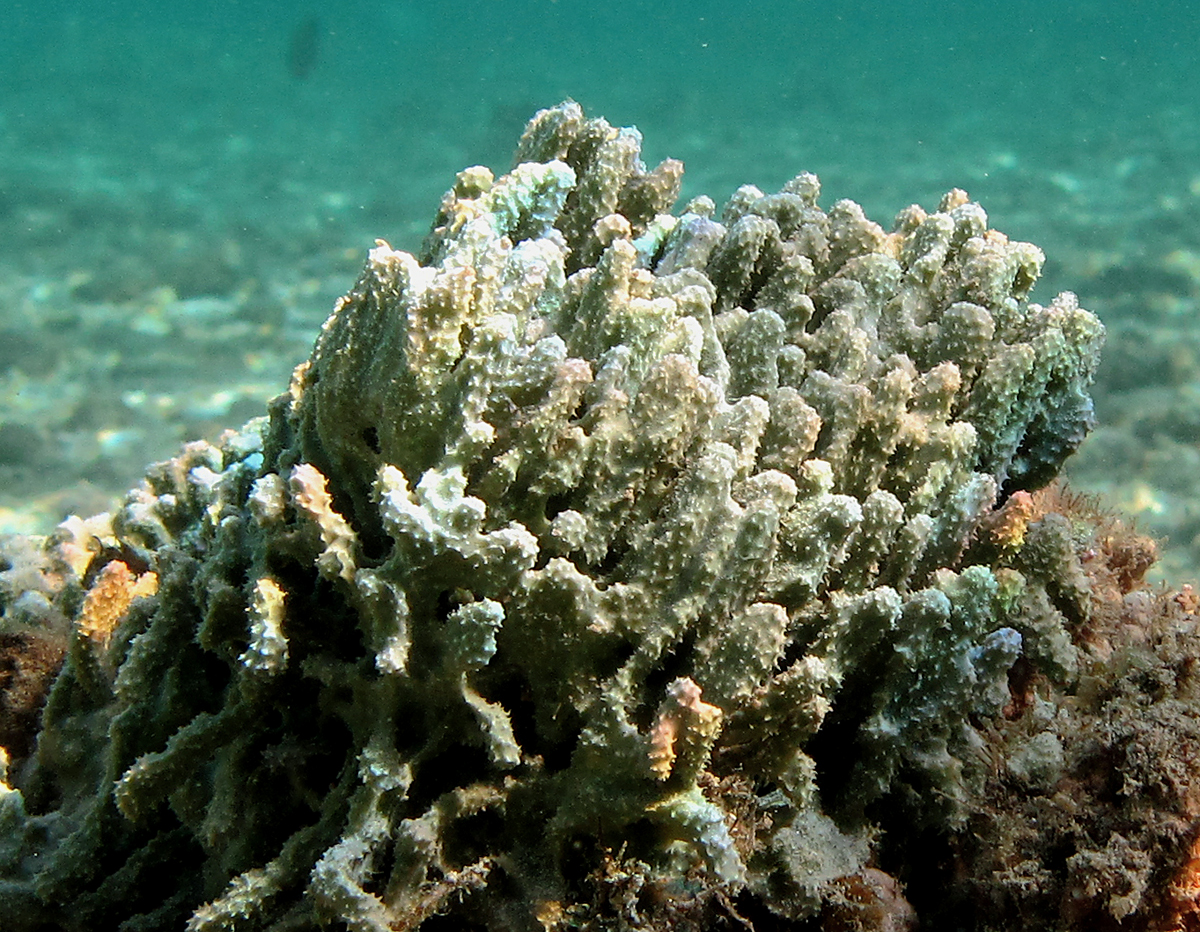
Une éponge non identifiée
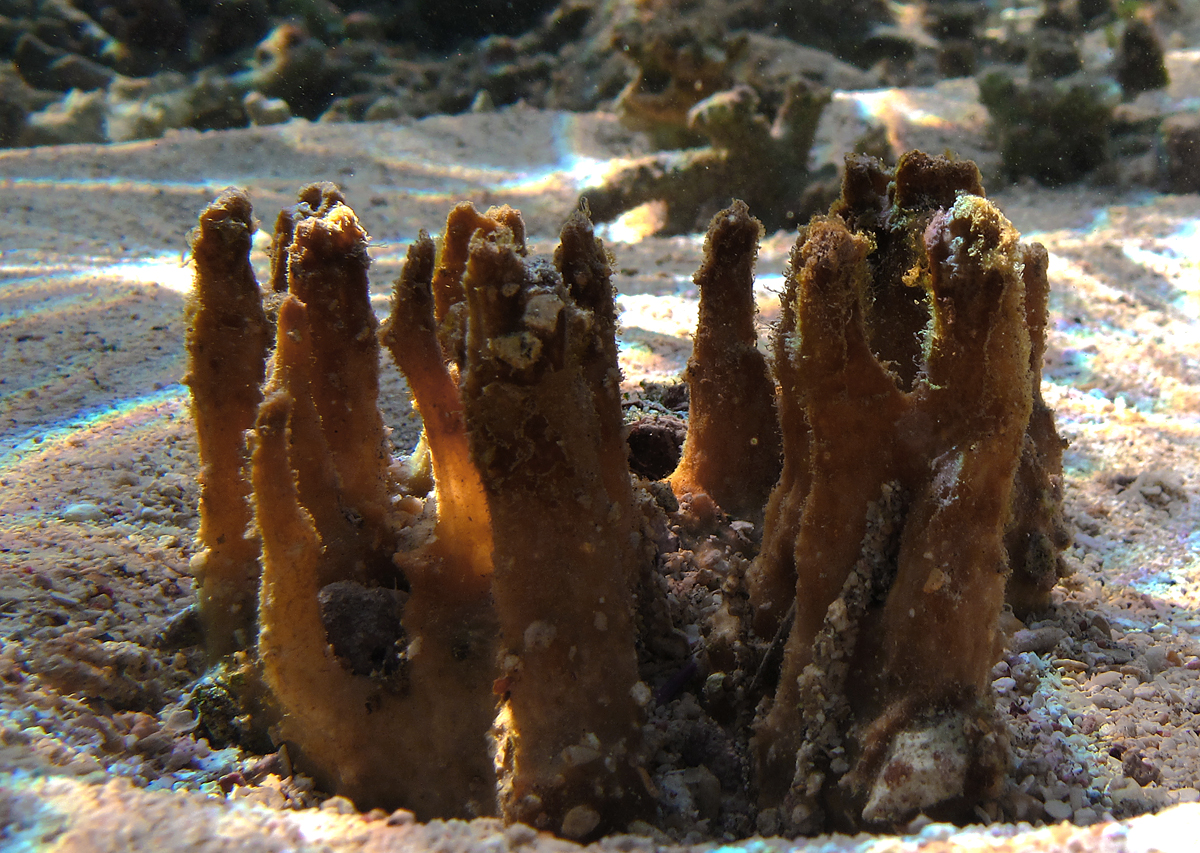
Une éponge non identifiée
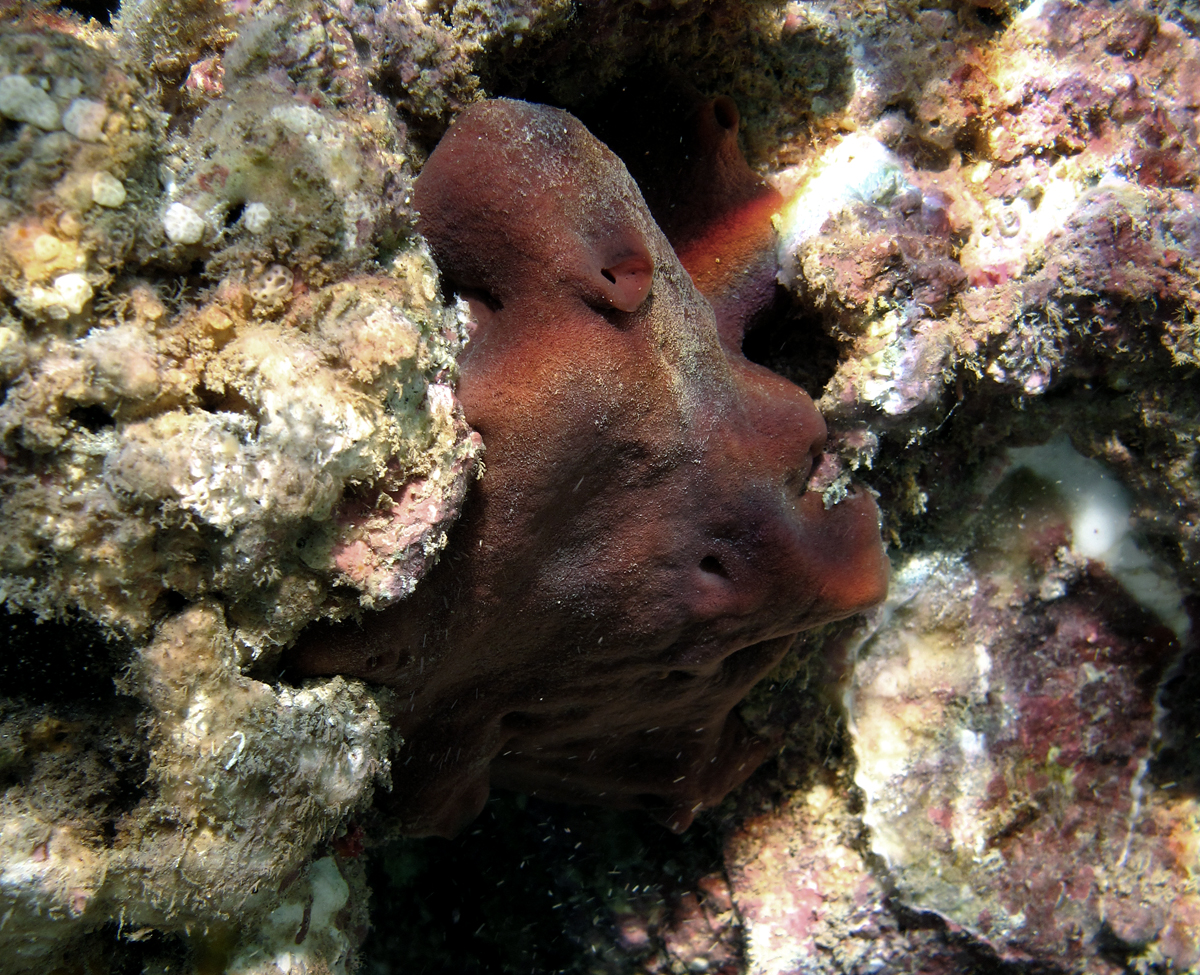
Une éponge non identifiée
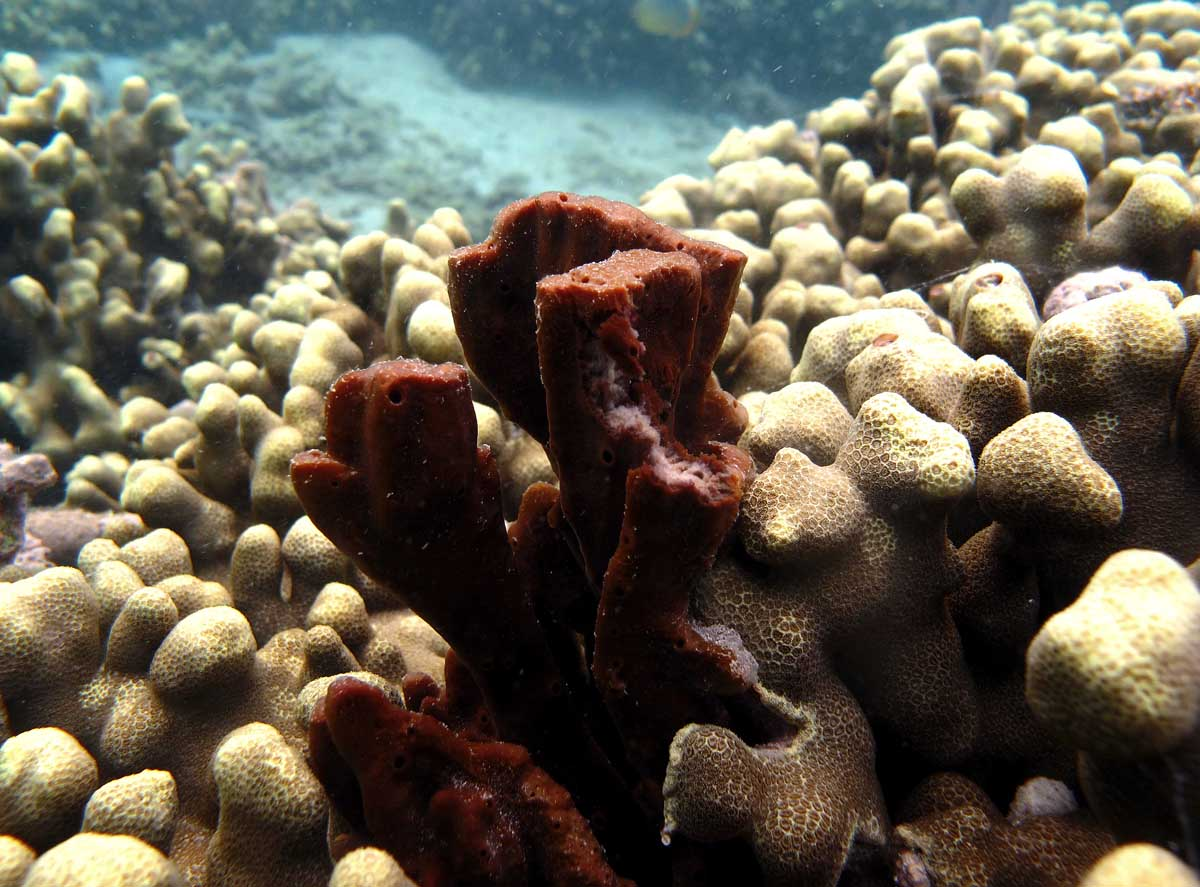
Une éponge non identifiée
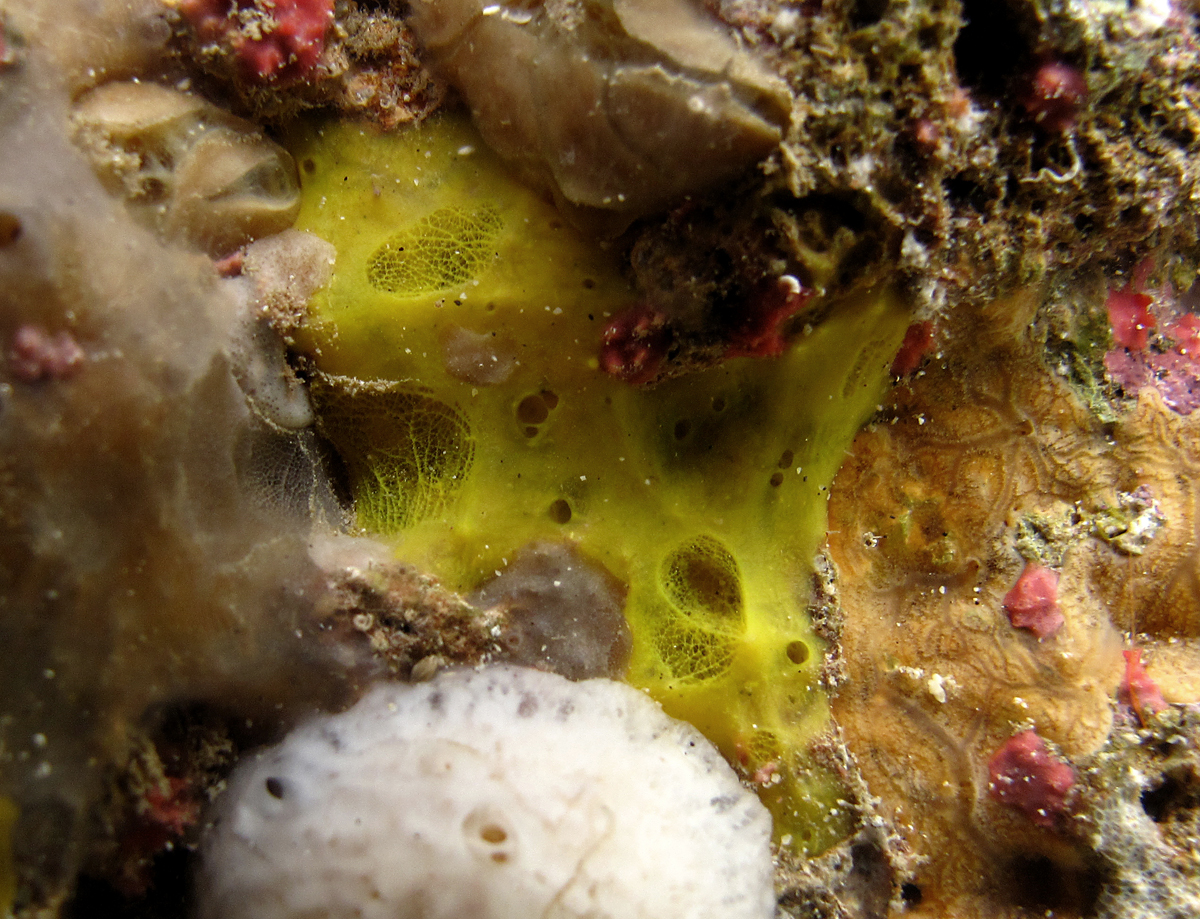
Une éponge non identifiée
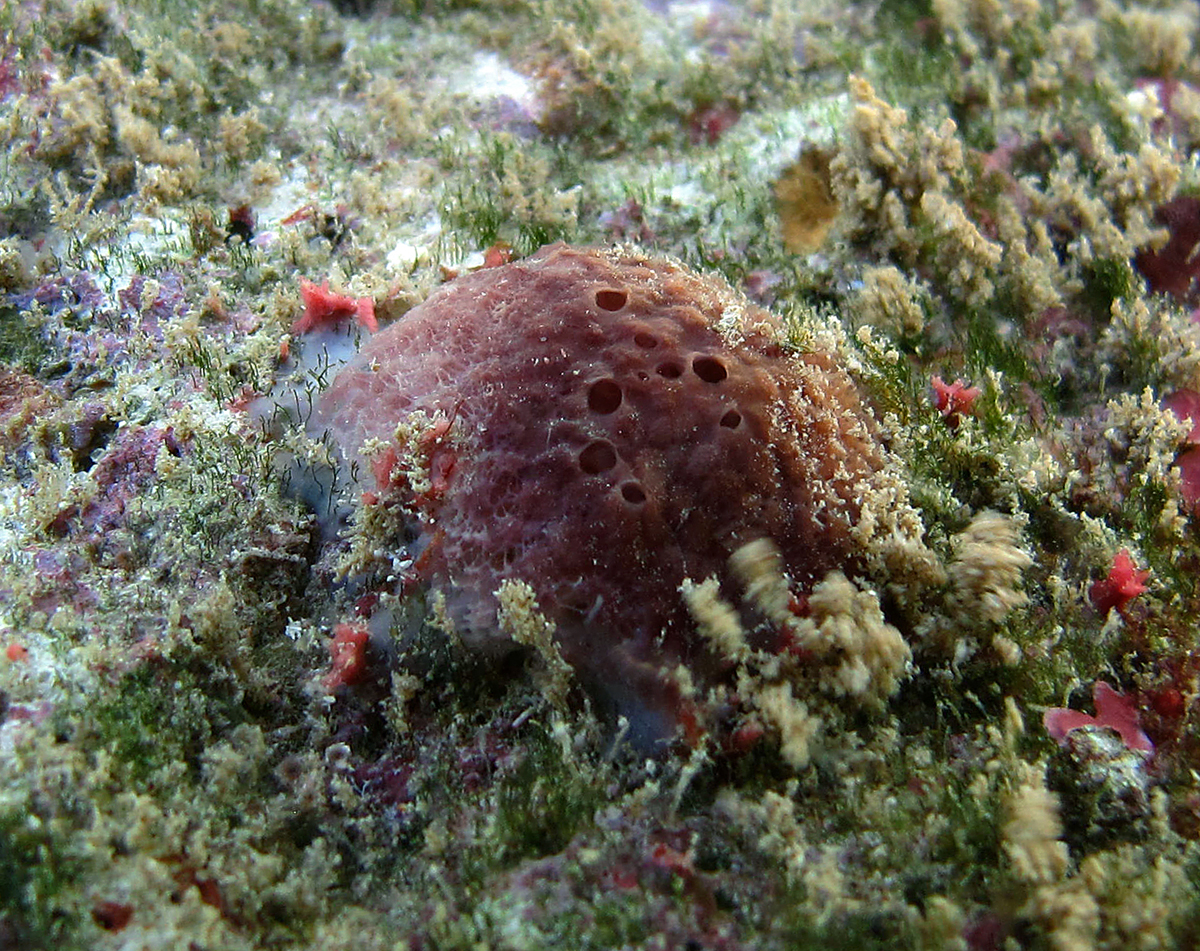
Une éponge non identifiée
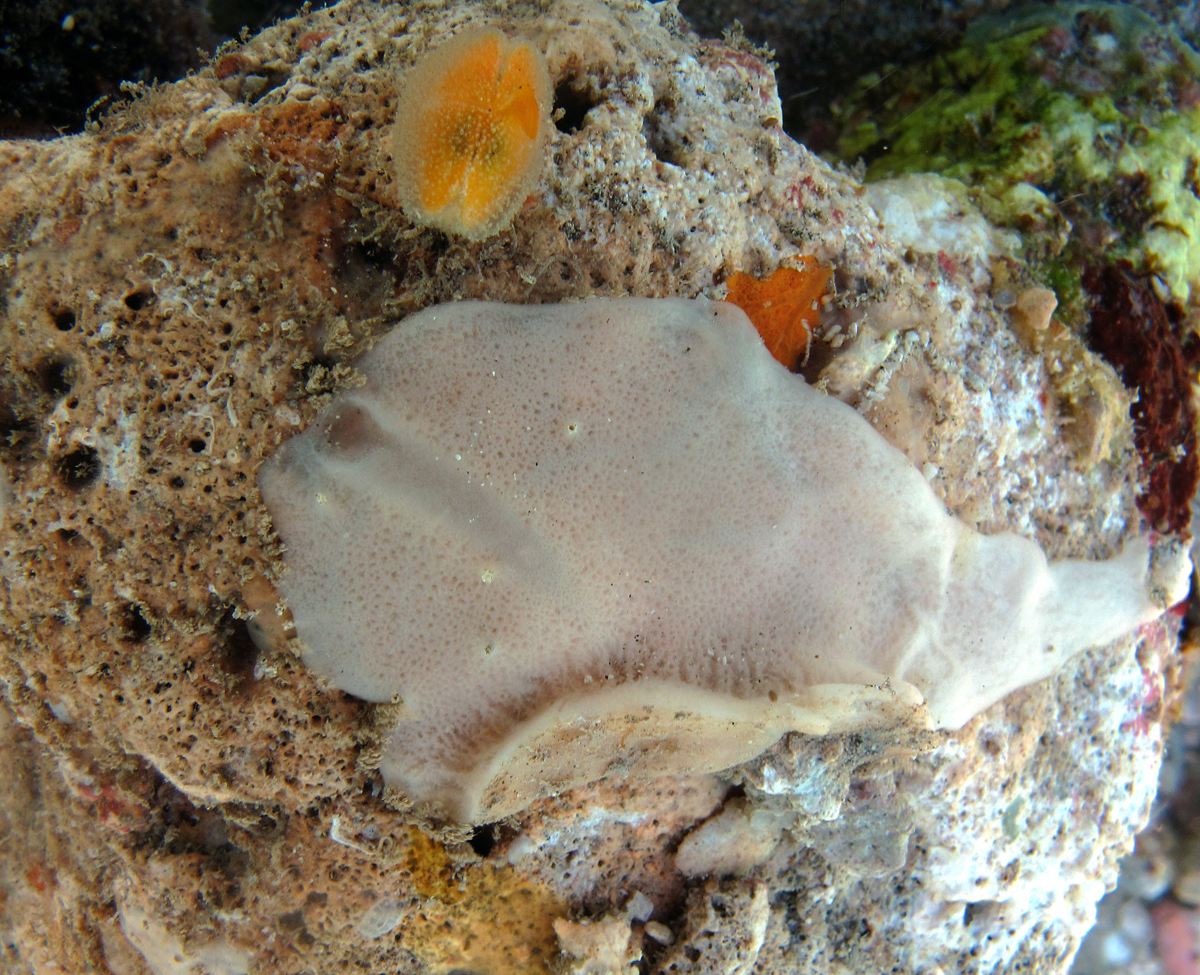
Une éponge non identifiée
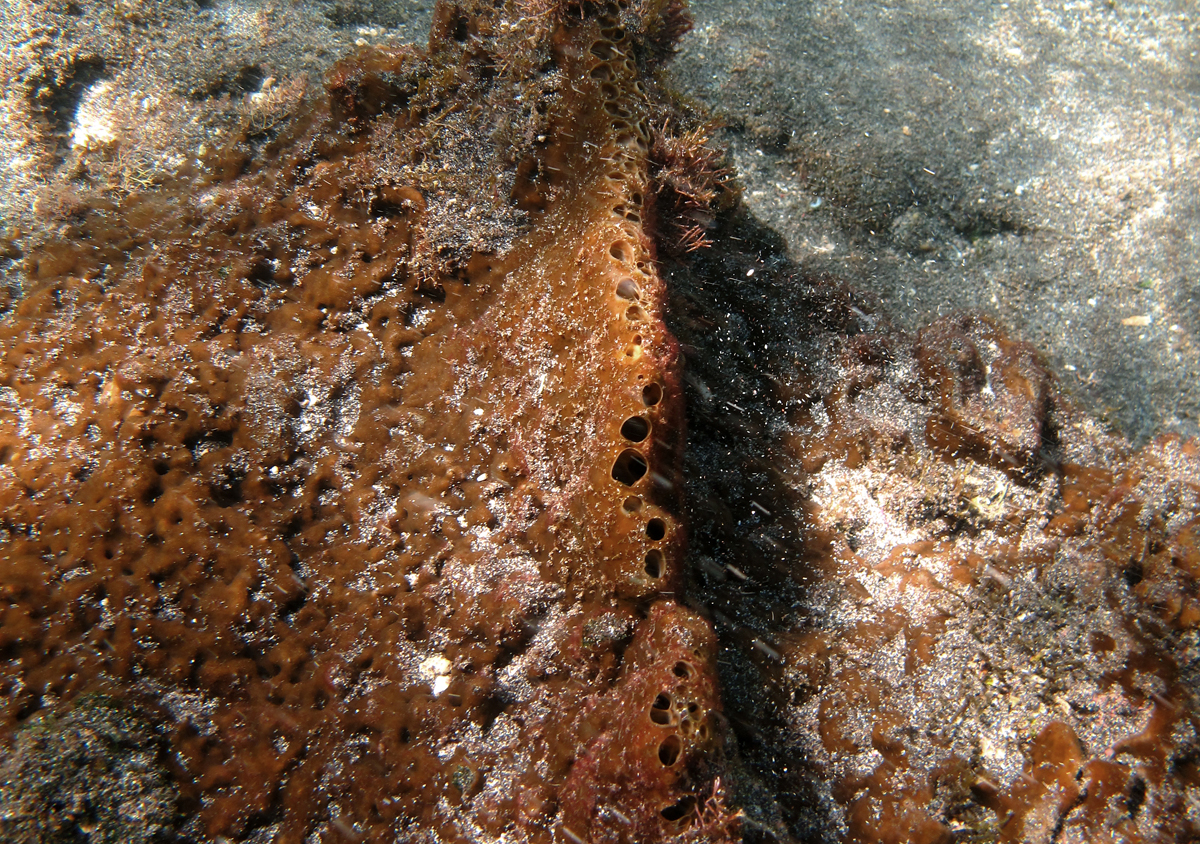
Une éponge non identifiée
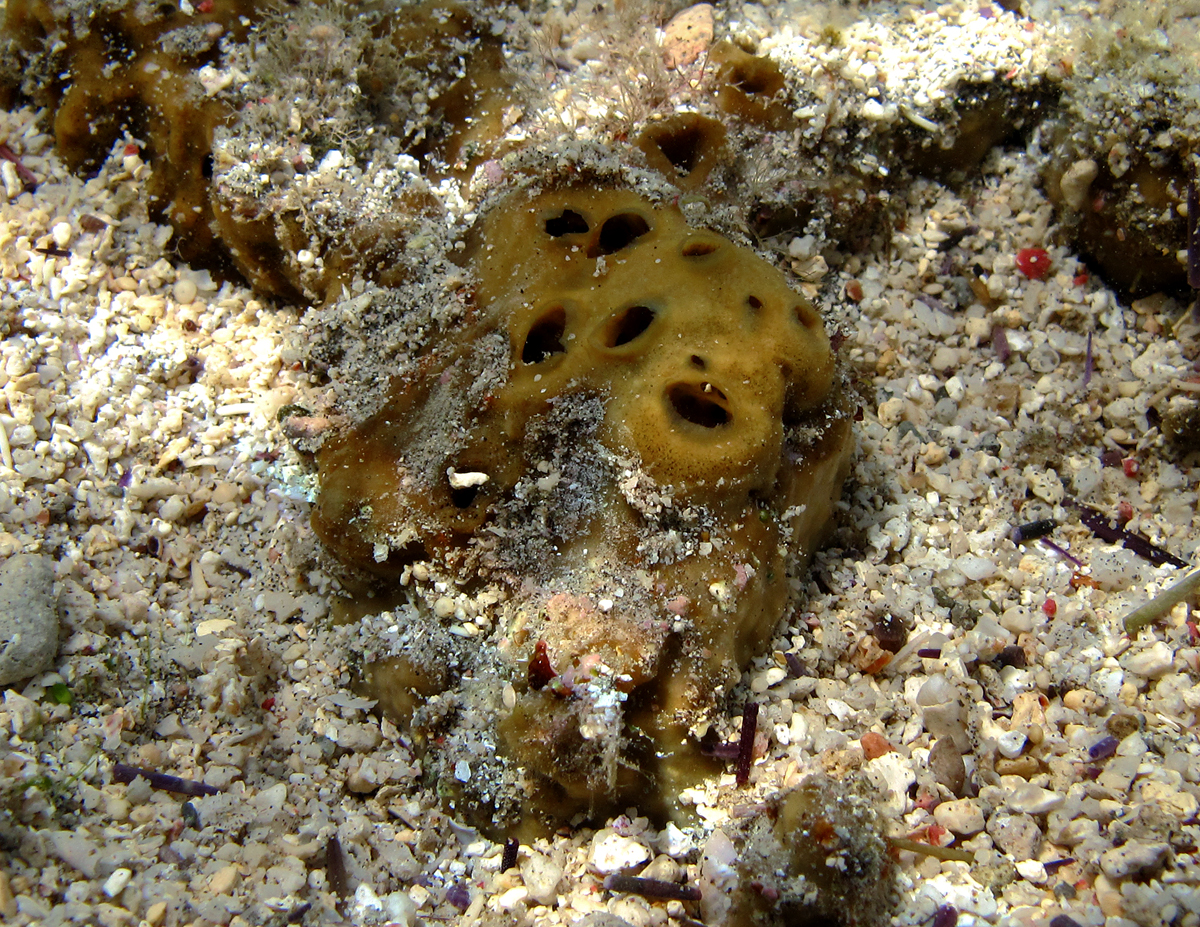
Une éponge non identifiée
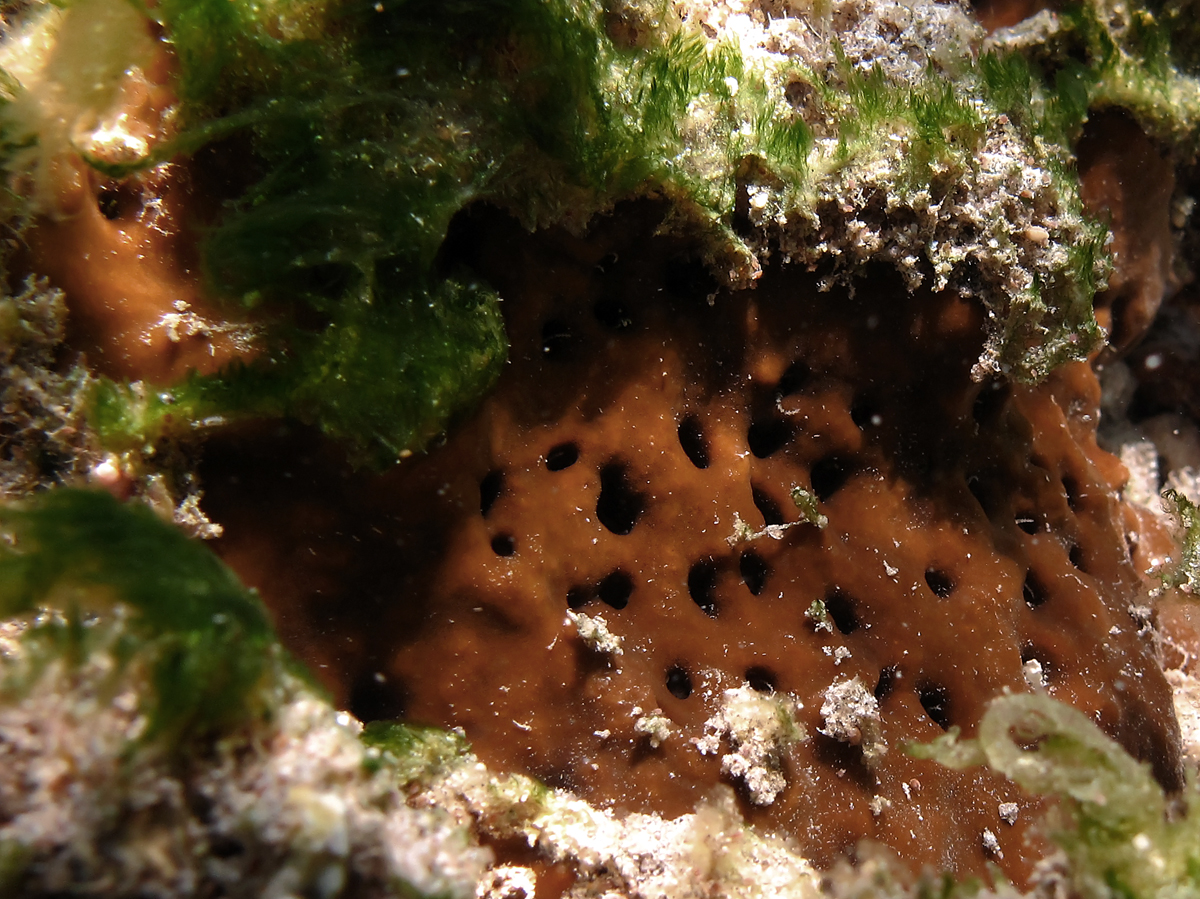
Une éponge non identifiée
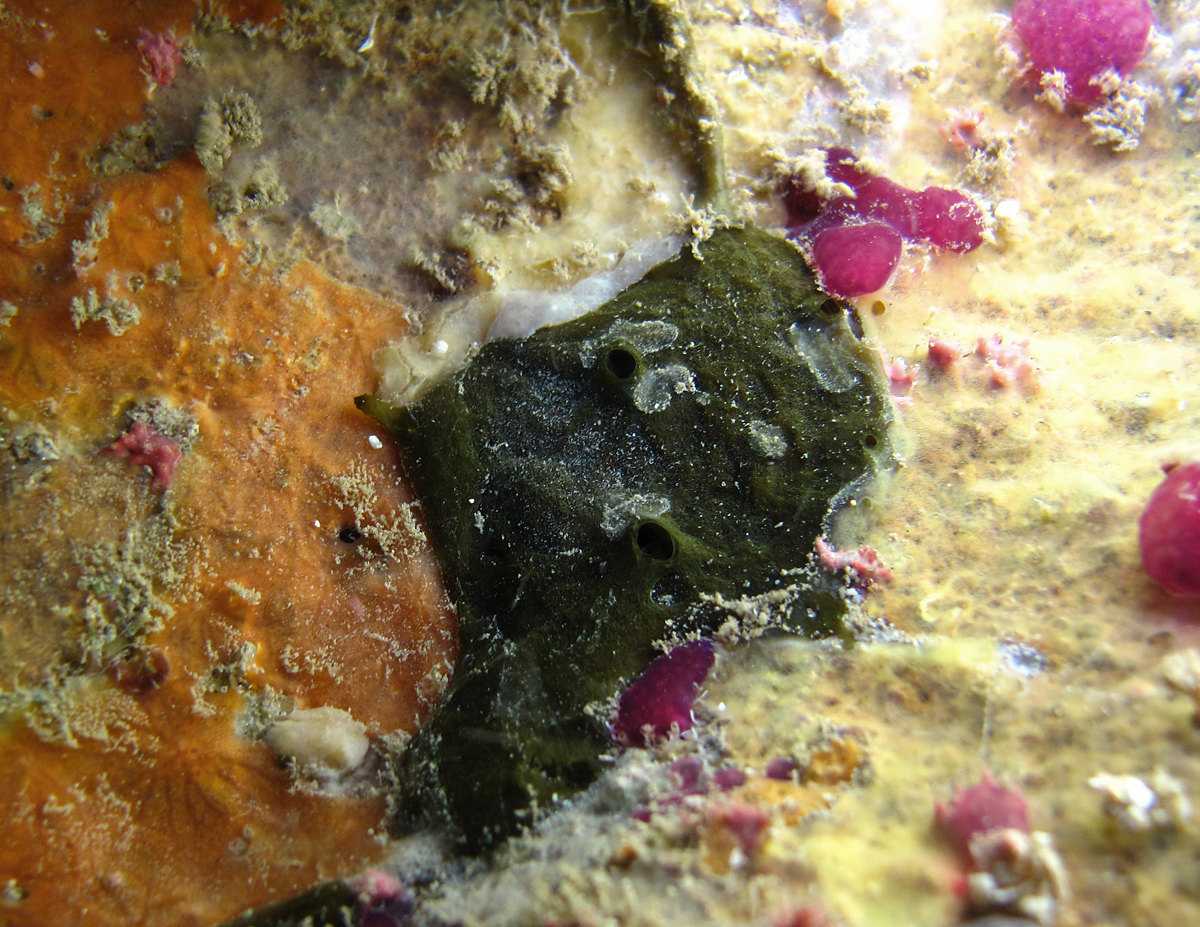
Une éponge non identifiée
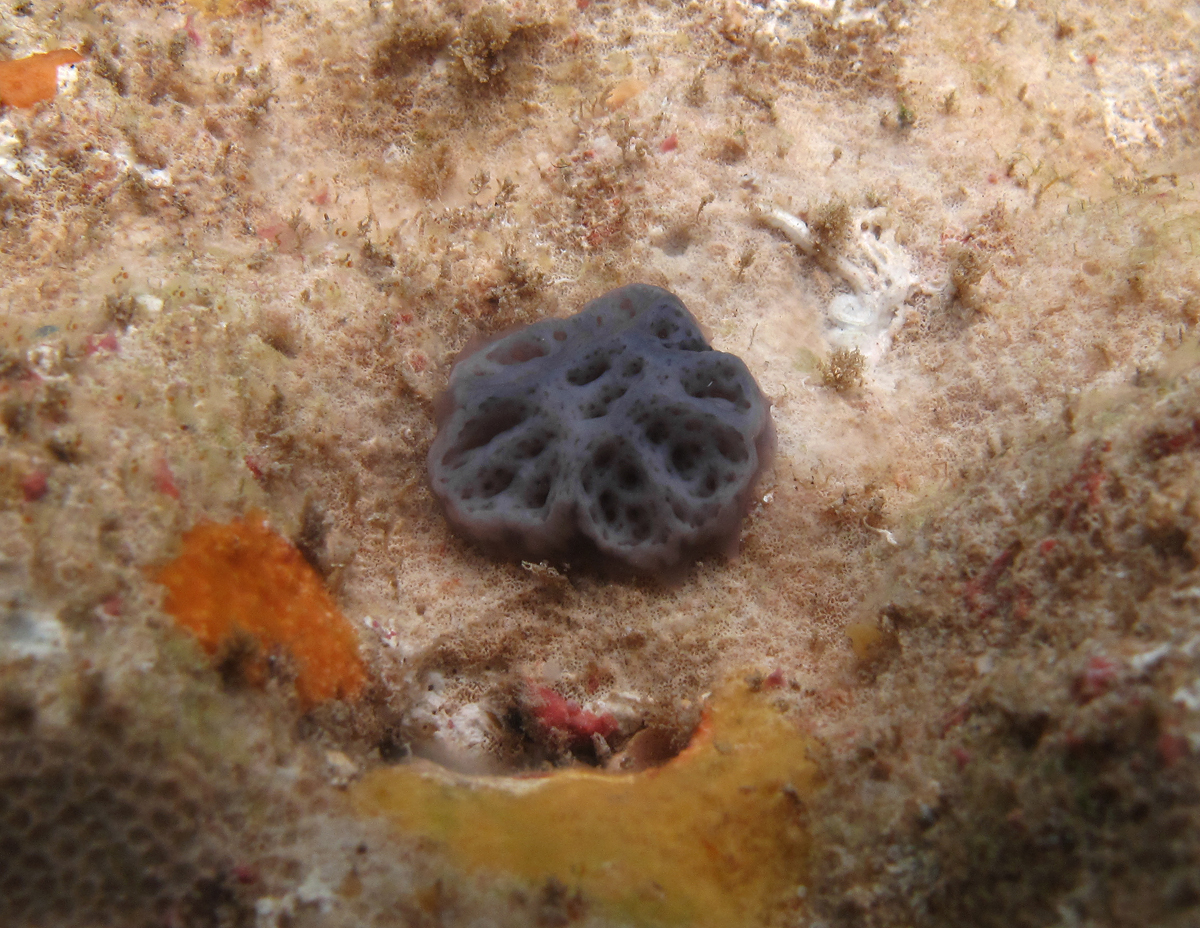
Une éponge non identifiée
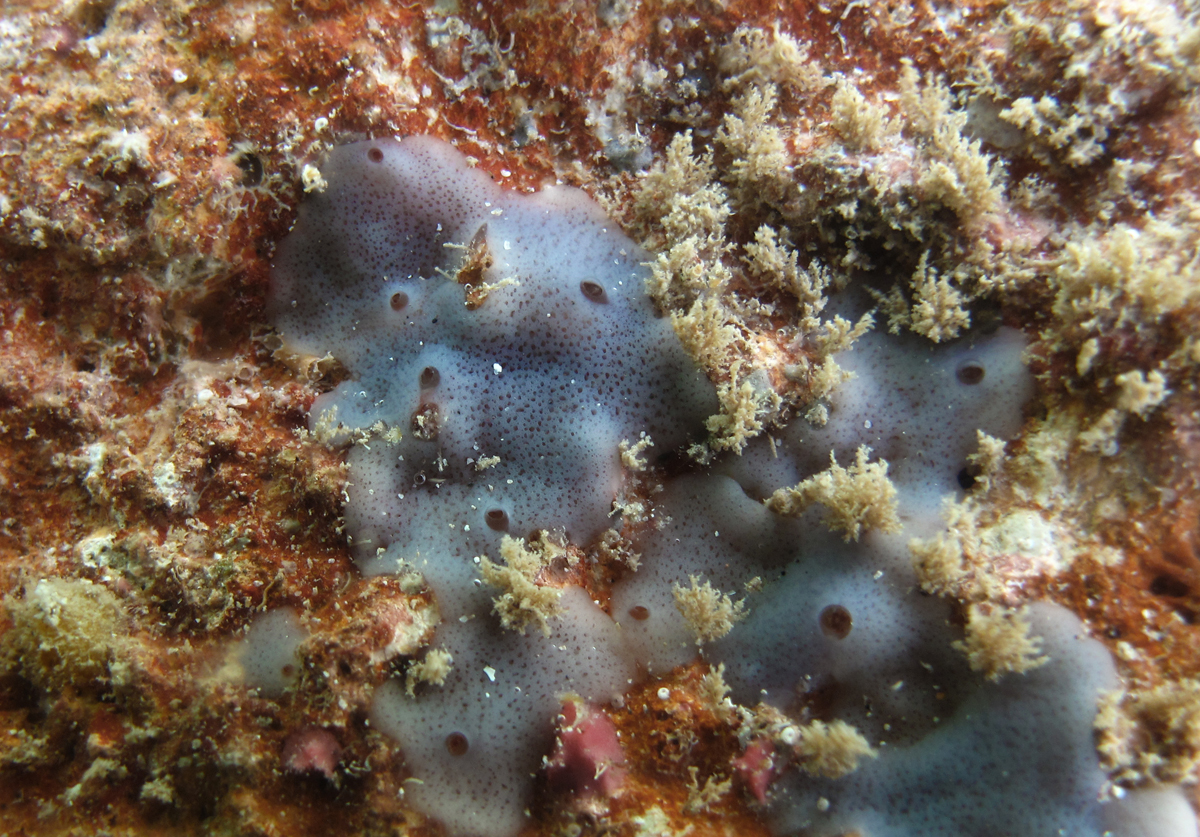
Une éponge non identifiée
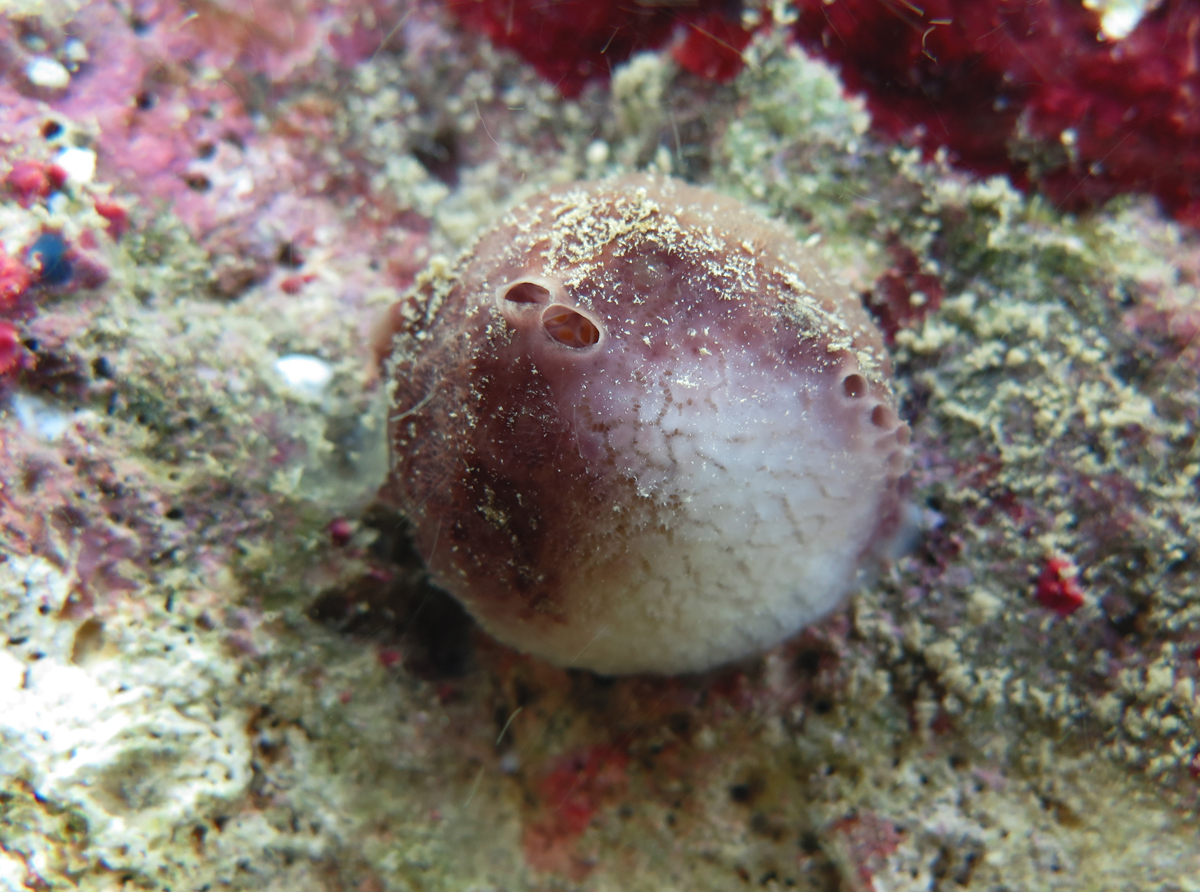
Une éponge non identifiée
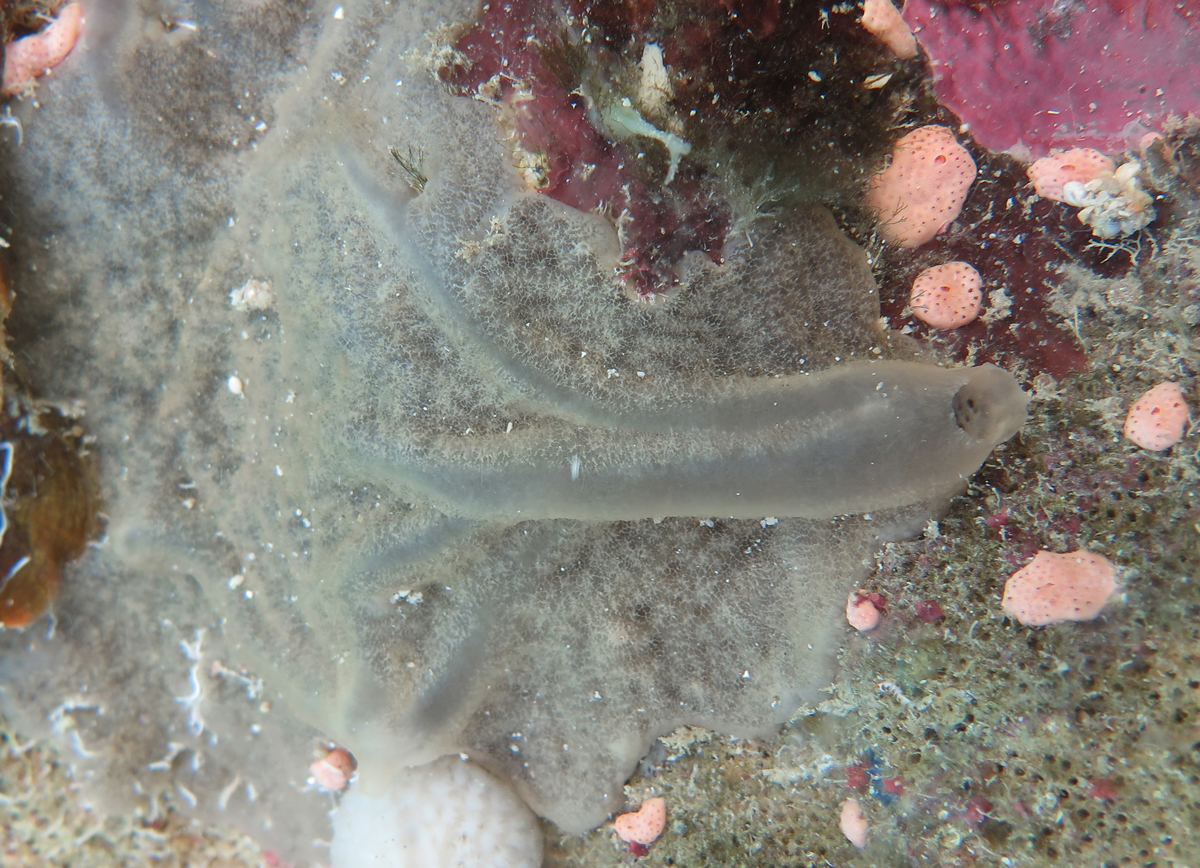
Une éponge non identifiée
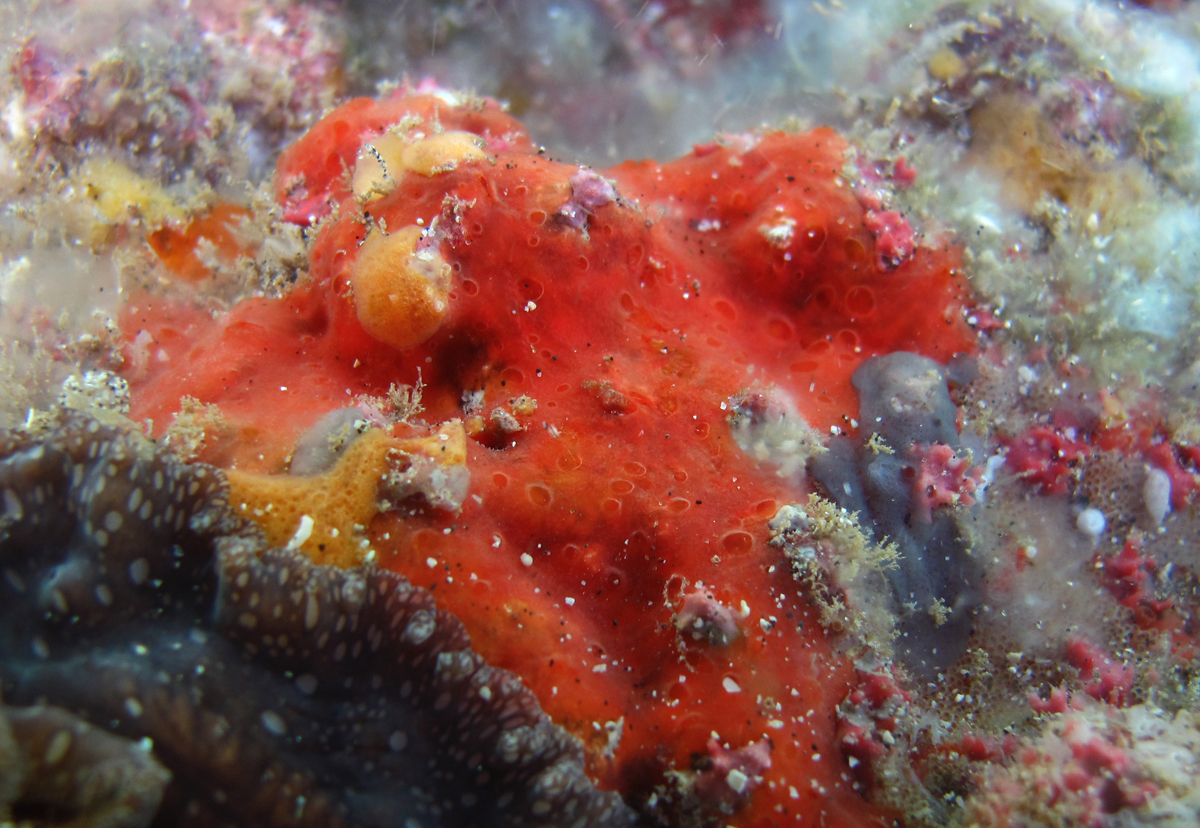
Une éponge non identifiée
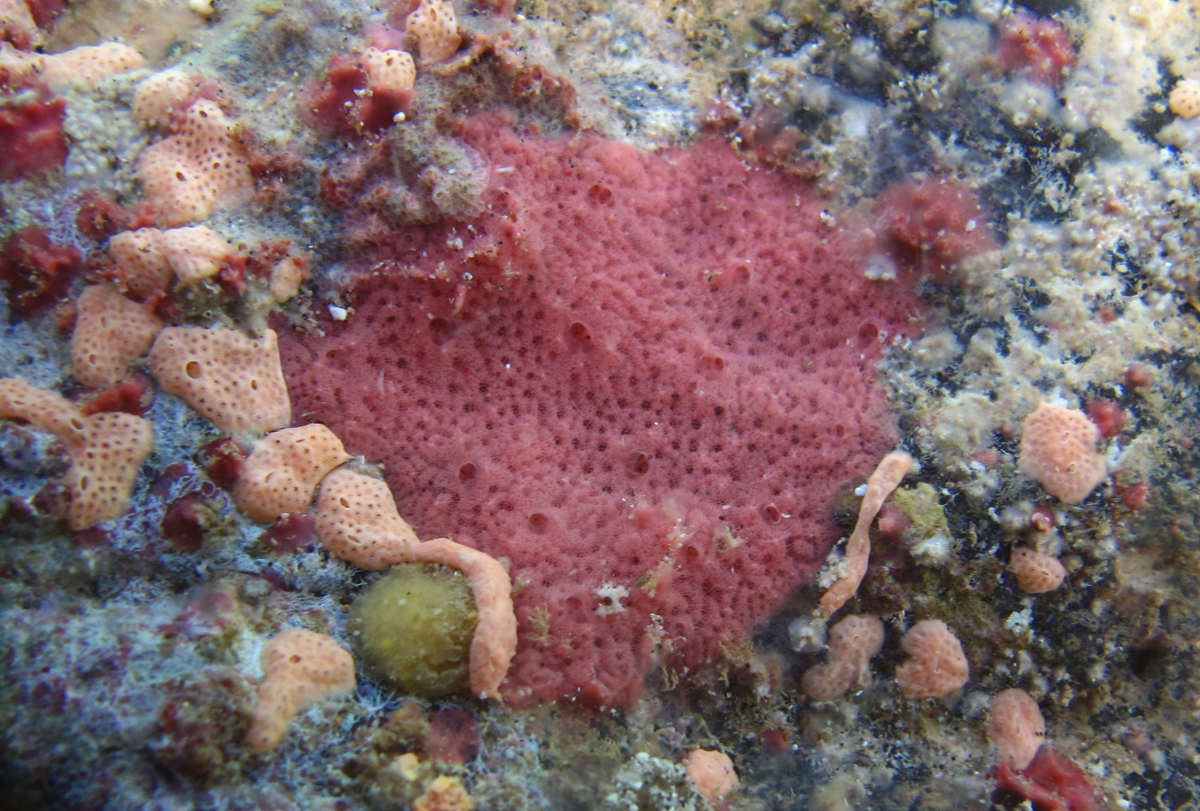
Une éponge non identifiée
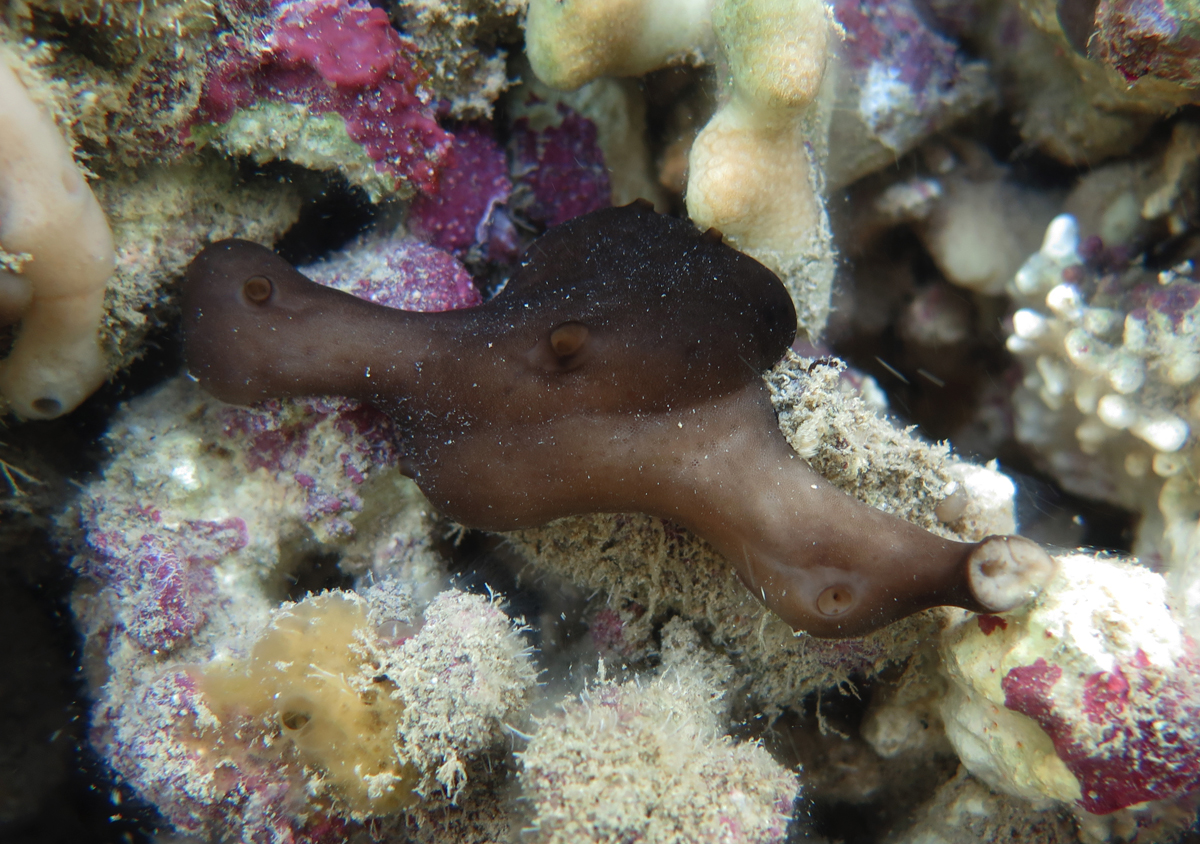
Une éponge non identifiée
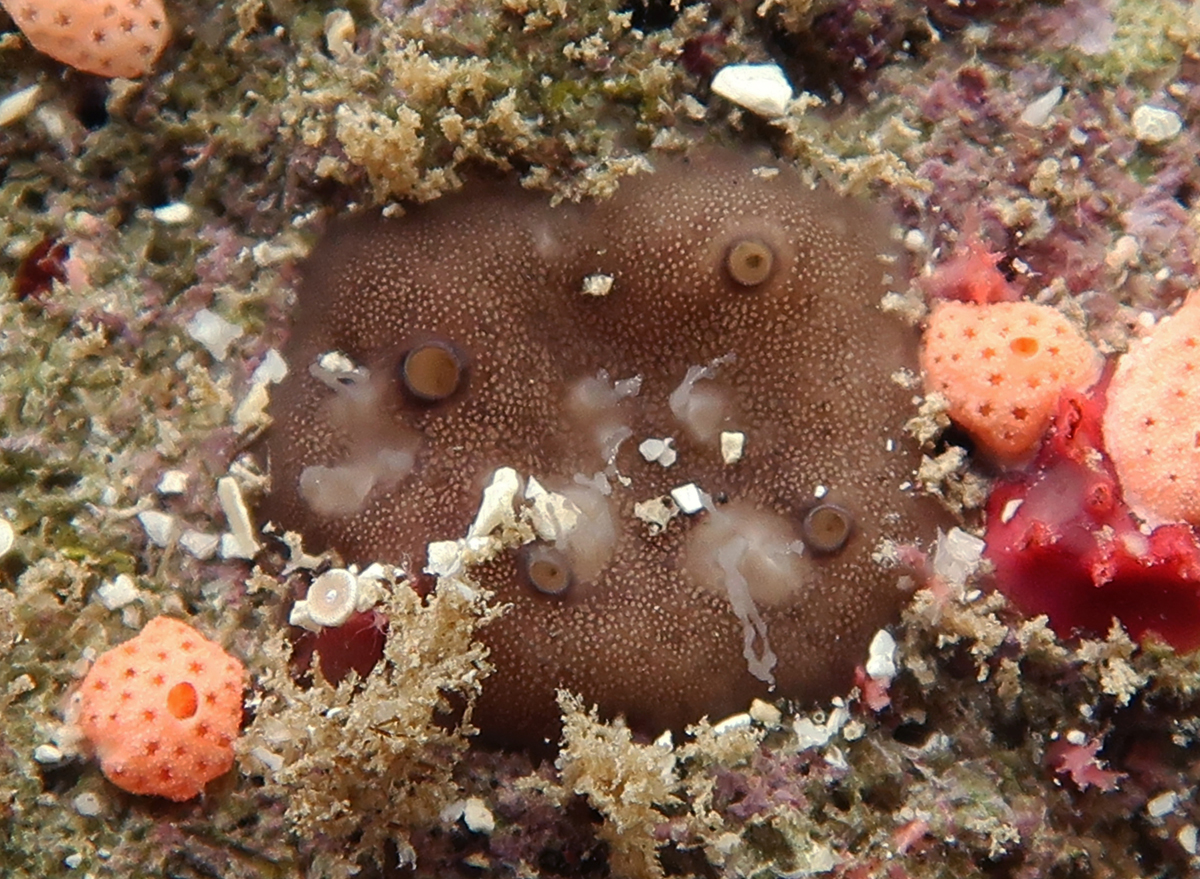
Une éponge non identifiée
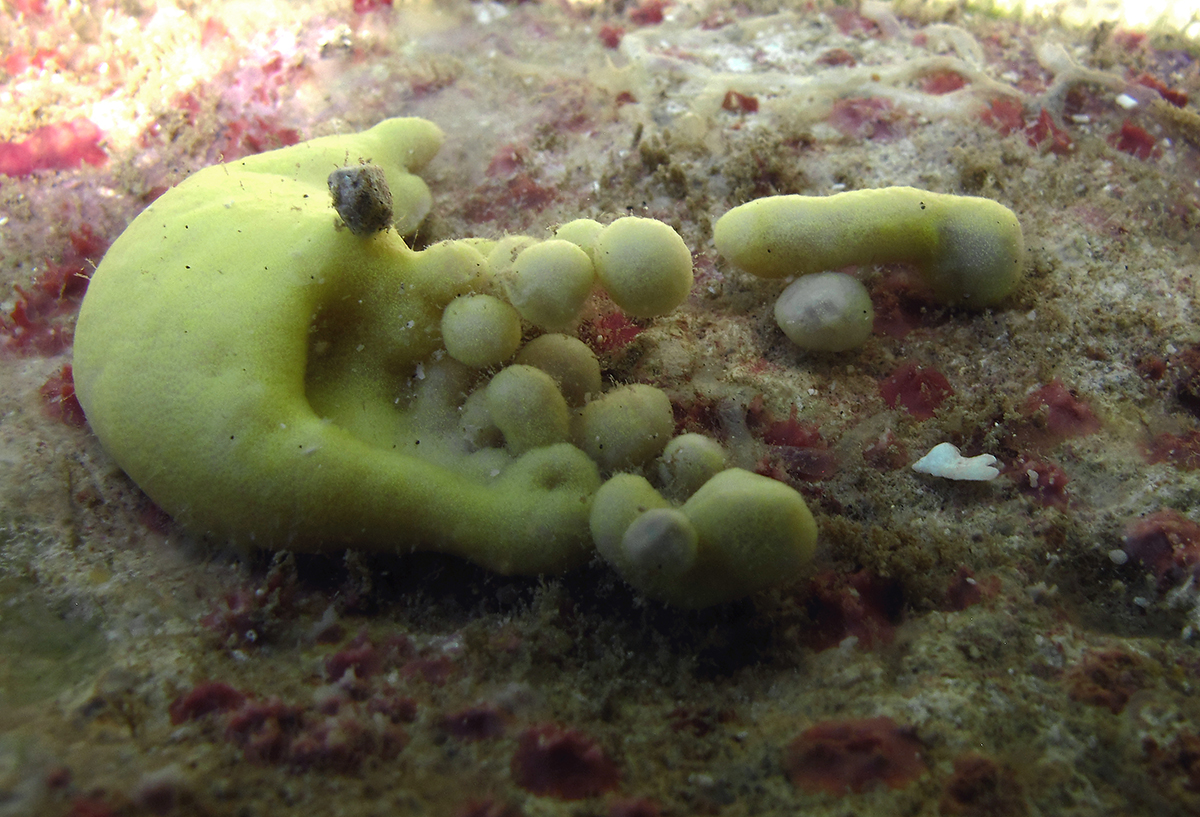
Une éponge non identifiée.

## Protozoaires
Les protozoaires (Protozoa, du grec πρῶτος / prôtos, « premier », et zôon / ζῷον, « animal »), sont des protistes (eucaryotes généralement unicellulaires et sans tissus spécialisés) hétérotrophes et mobiles, qui ingèrent leur nourriture par phagocytose (contrairement à d'autres groupes de protistes). La plupart sont des constituants microscopiques du plancton ou du benthos, existant sous forme de cellules solitaires ou de colonies de cellules, parfois protégées par une thèque calcaire. Toutefois, certaines espèces, notamment benthiques, peuvent atteindre des tailles les rendant visibles à l’œil nu. 
Le groupe des protozoaires est paraphylétique, il ne constitue donc plus un taxon valide dans les classifications cladistes, mais reste un règne reconnu dans les classifications évolutionnistes, d'où son utilisation ici : les lignées de bicontes ayant perdu la photosynthèse devraient en réalité être traitées à part et plutôt incluses dans le groupe provisoire des chromistes (auquel appartiennent toutes les espèces de cette section).

### Foraminifères
Les foraminifères forment un embranchement de protozoaires (animaux unicellulaires), caractérisés par leur squelette minéral perforé (du latin foramen, « trou »). Ce sont des animaux extrêmement abondants depuis plusieurs centaines de millions d'années, ce qui leur confère une grande importance au niveau écologique mais aussi paléontologique (notamment du fait qu'ils forment un des groupes de fossiles les plus abondants et diversifiés).
Leur coquille minérale est appelée « test » (comme le squelette des oursins) ; celle-ci comprend une ou plusieurs chambres (ou loculus ou loges) reliées entre elles, et est munie d'un ou plusieurs orifices (« foramen ») qui relient ces loges au milieu extérieur. De ces foramens sortent des pseudopodes, qui permettent à l'animal d'interagir avec son environnement : préhension, alimentation, déplacement.
Leur taille varie généralement de 38 µm à 1 mm, mais certaines espèces peuvent cependant mesurer plus de 18 cm. On en recense actuellement plus de 6 000 espèces vivantes, ce qui est sans doute peu comparé à la diversité effective.

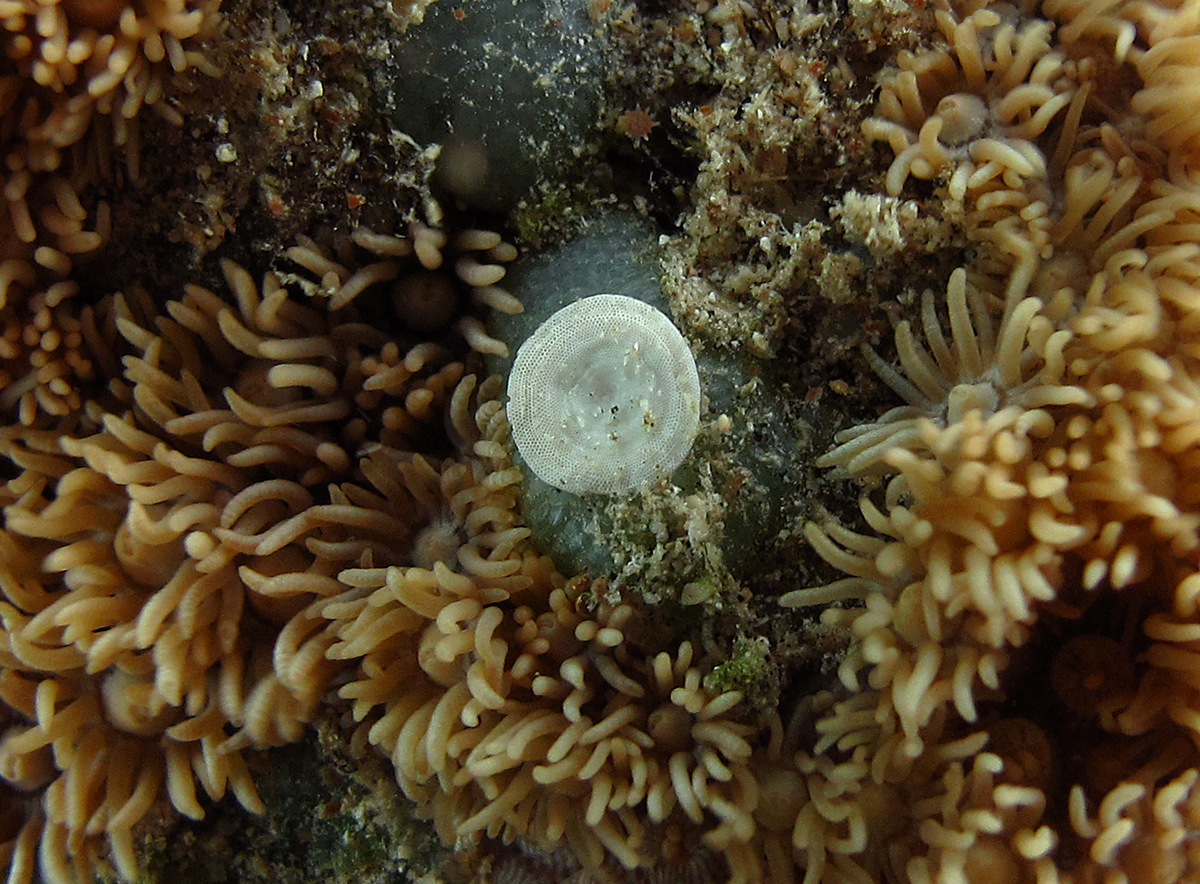
Amphisorus hemprichii?
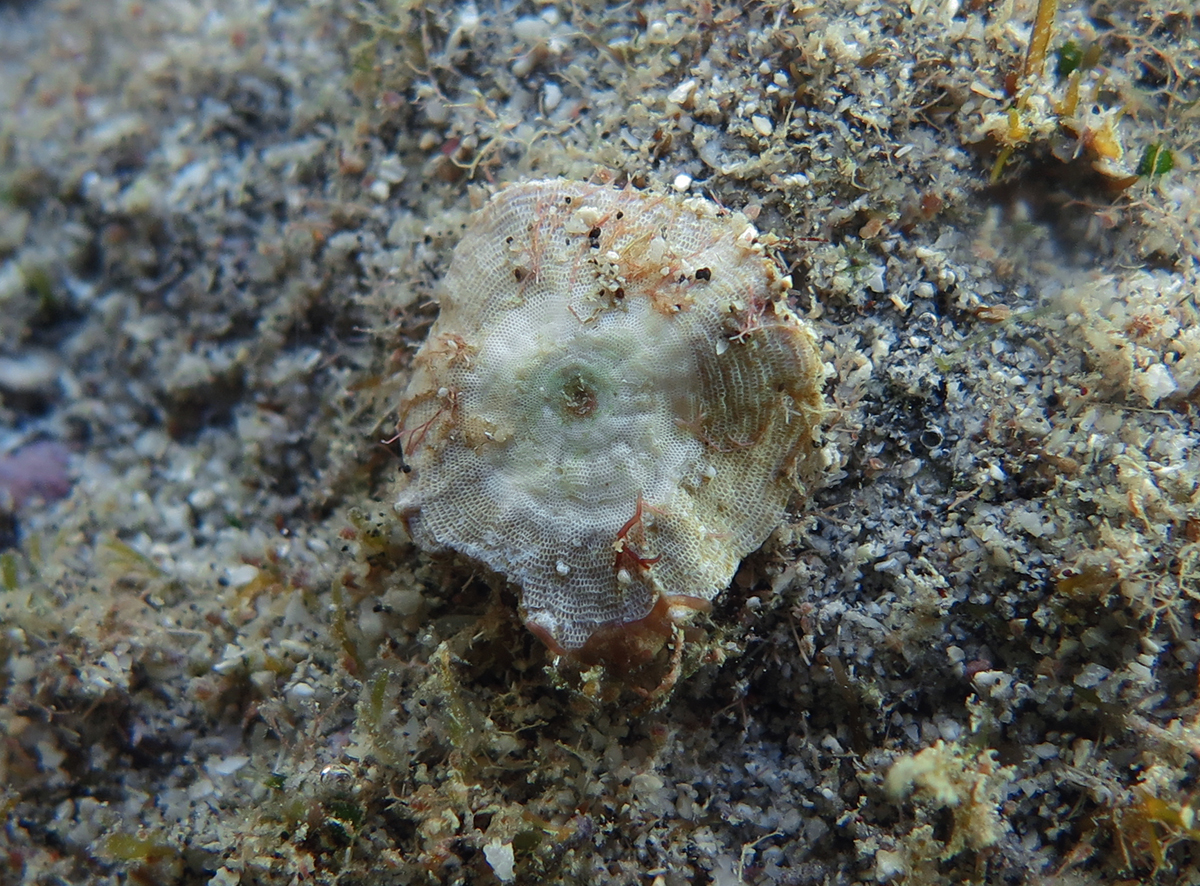
Marginopora vertebralis
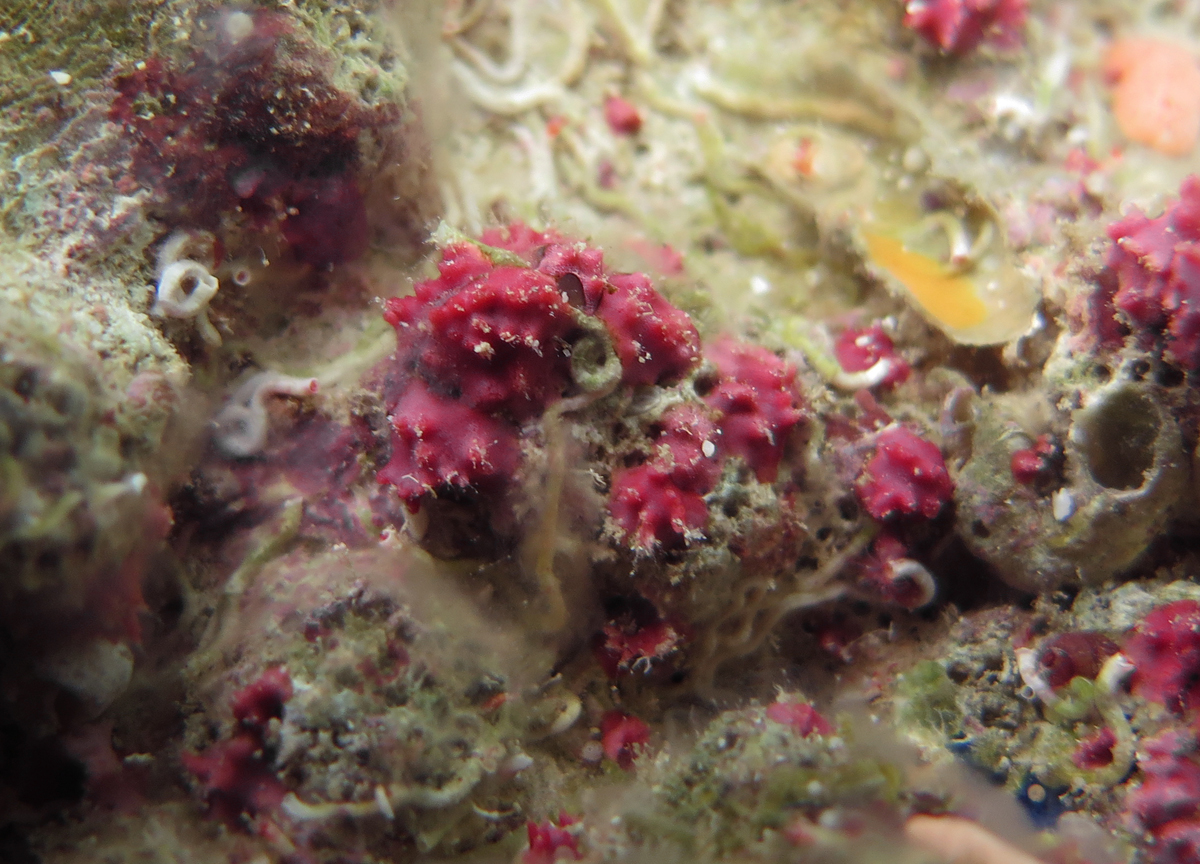
Homotrema rubrum
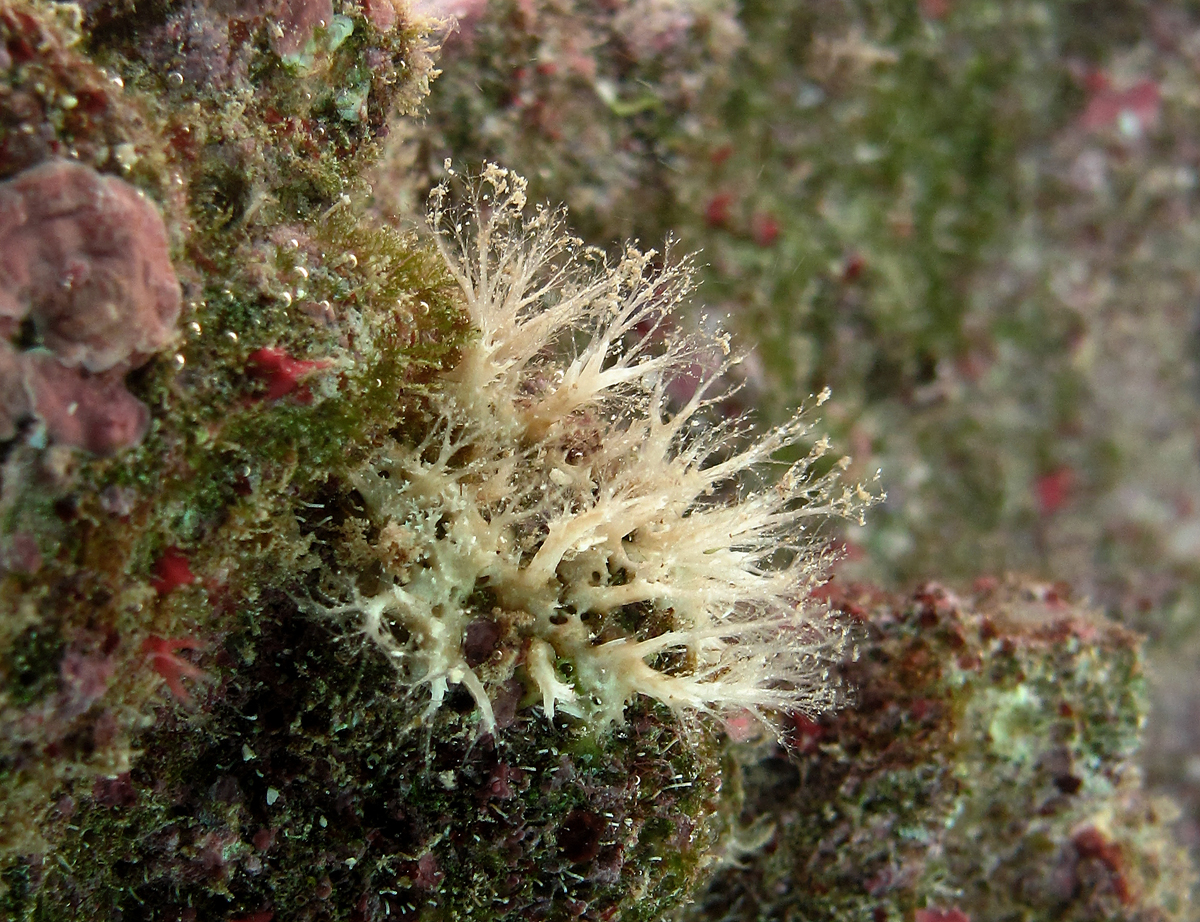
Miniacina miniacea?
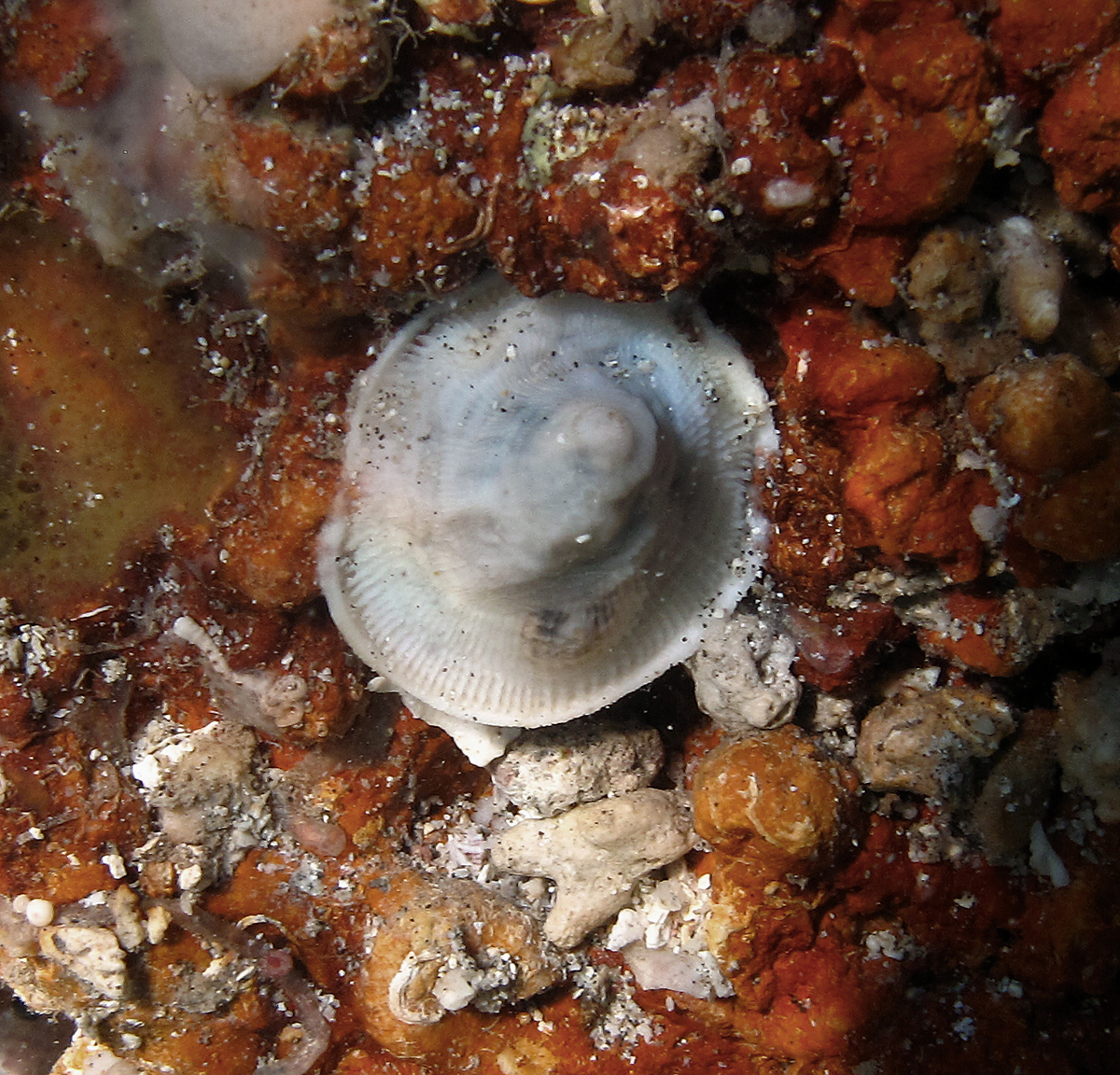
Un foraminifère non identifié.

### Ciliés
Les ciliés (Ciliophora) sont des eucaryotes unicellulaires caractérisés par la présence de cils cellulaires à leur surface à au moins un instant de leur cycle. La majorité sont planctoniques et microscopiques, mais certains groupes forment des colonies benthiques (constituées de zoïdes clonaux parfois différenciés selon leur rôle) visibles à l’œil nu. 

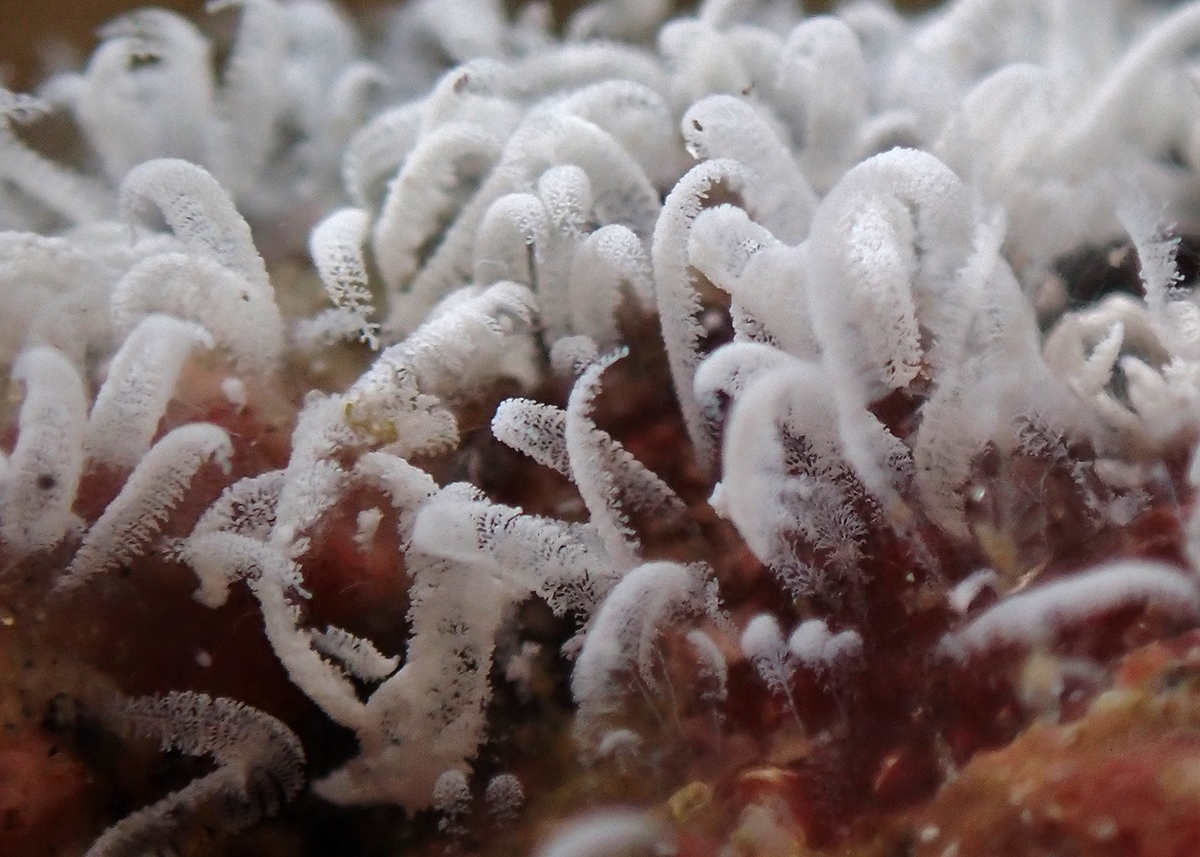
Zoothamnion (Zoothamnium niveum)

## Algueset végétaux marins
Du fait qu'il s'agisse d'un récif corallien, les macro-algues sont relativement peu fréquentes dans les lagons de la Réunion, en dehors de l’invasion saisonnière de certaines espèces, ou de leur multiplication liée à l’eutrophisation des eaux lagonaires. Pour ce qui concerne les végétaux, on rencontre de petits herbiers isolés, en zone sablo-détritique ou corallienne, de La Saline les Bains jusque dans la partie nord du récif de St Gilles où leur densité est la plus forte. Ces herbiers sont monospécifiques : ils sont produits par la seule espèce Syringodium isoetifolium (ordre des Alismatales), équivalent tropical de la posidonie méditerranéenne. Parmi les algues, la turbinaire (Turbinaria ornata) est également bien présente à certains endroits. La Réunion ne comporte pas de mangroves.

### Végétaux marins
Les phanérogames (des mots grecs « phaneros », visible, et « gamos », union : les organes de reproduction sont apparents) sont des plantes à fleurs et graines le plus souvent terrestres, mais il existe une soixantaine d’espèces dont les ancêtres sont redevenus marins il y a environ 100 millions d’années. Elles comportent des racines, des tiges horizontales ou verticales, et des feuilles qui assurent, comme celles des plantes terrestres, la fonction chlorophyllienne. Ces phanérogames marines peuvent couvrir de vastes étendues et ont un rôle écologique important : stabilisation des sédiments, réduction de la vitesse des courants, oxygénation de l’eau, stockage de carbone, apport de nourriture pour certaines espèces, nourricerie pour d’autres, etc. Les herbiers sont cependant en régression partout dans le monde, notamment du fait de la pression anthropique sur ces milieux.

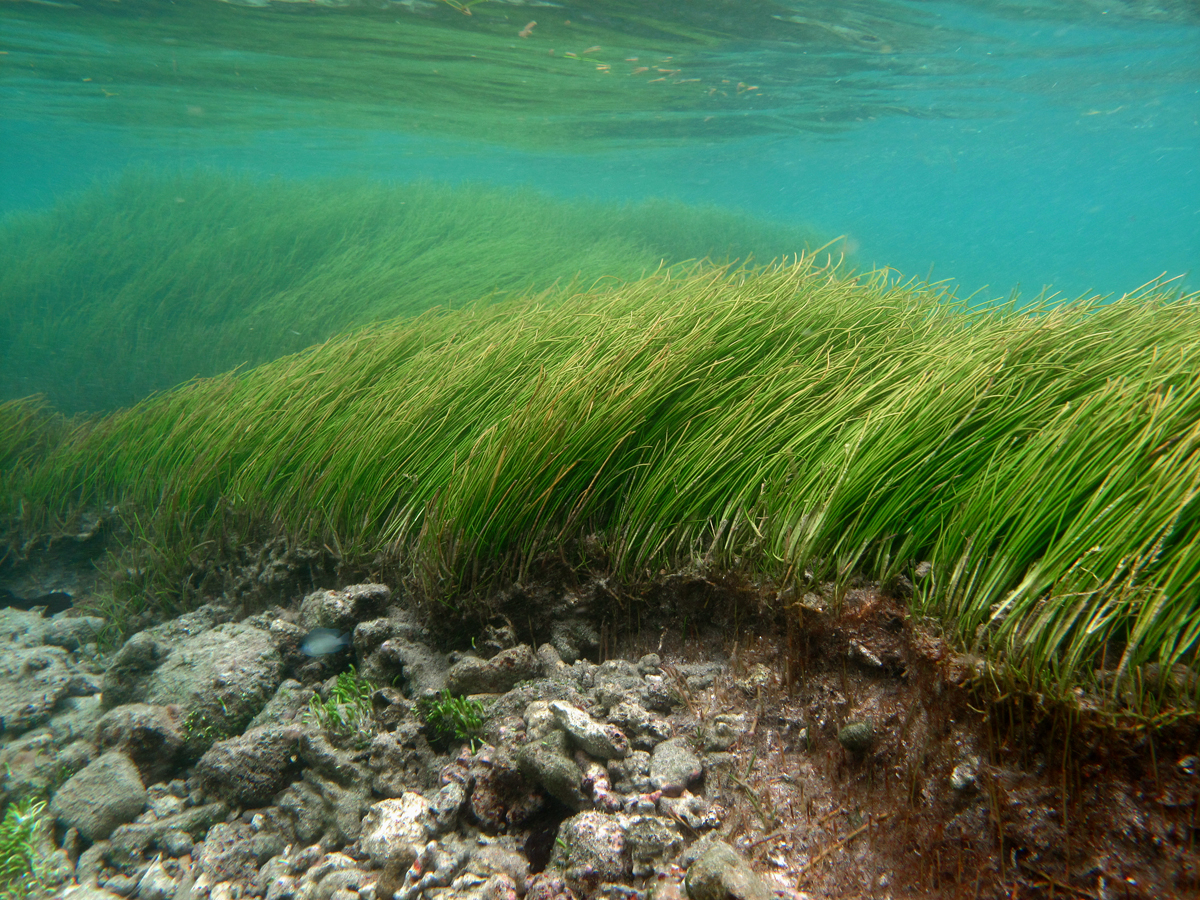
L'herbe marine Syringodium isoetifolium (plante à fleur)

### Algues vertes(Chlorophyta)
Les Chlorobionta (du grec « chloro », vert, et « biôn », vivant) comprennent les plantes terrestres et les algues vertes. Les algues vertes marines appartiennent à l’infra-règne des Chlorophyta. Elles peuvent être unicellulaires ou très complexes. Leur couleur vient de pigments, les chlorophylles a et b, présents dans le cytoplasme de leurs cellules.

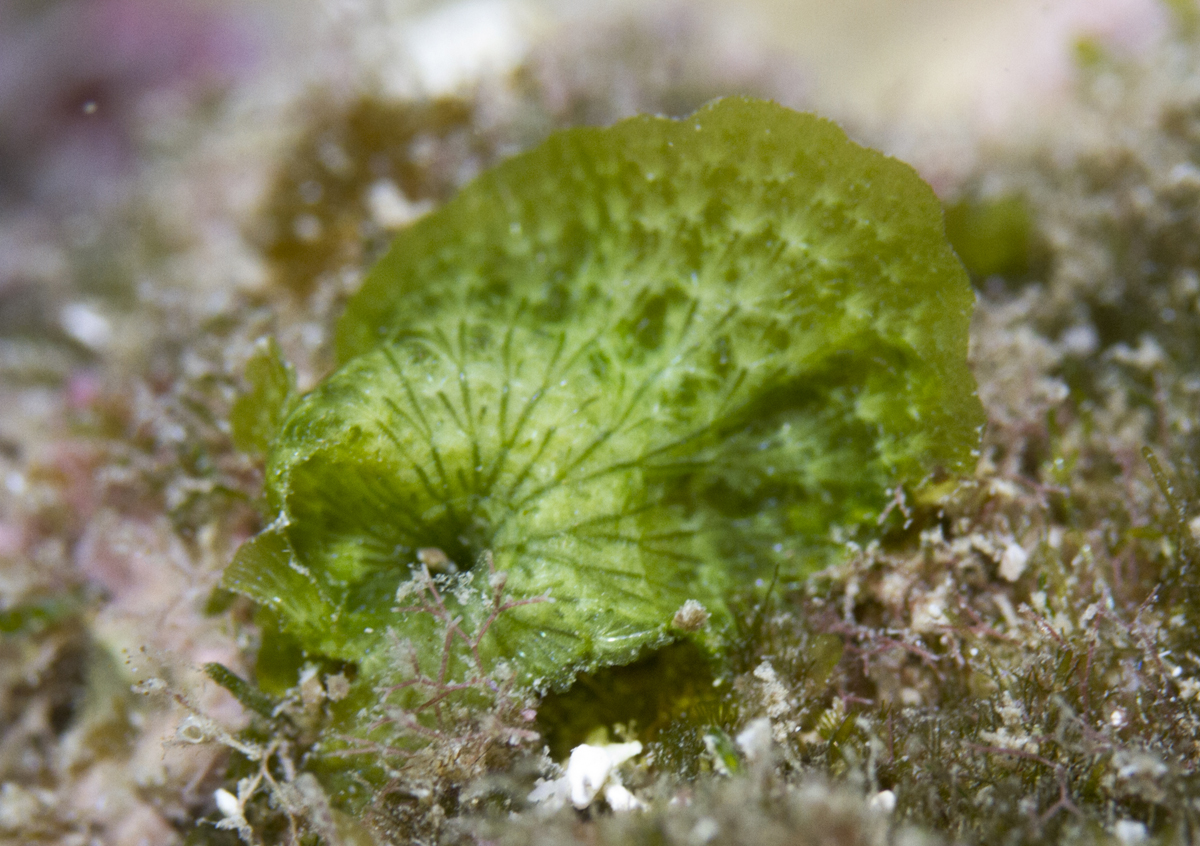
Anadyomene wrightii
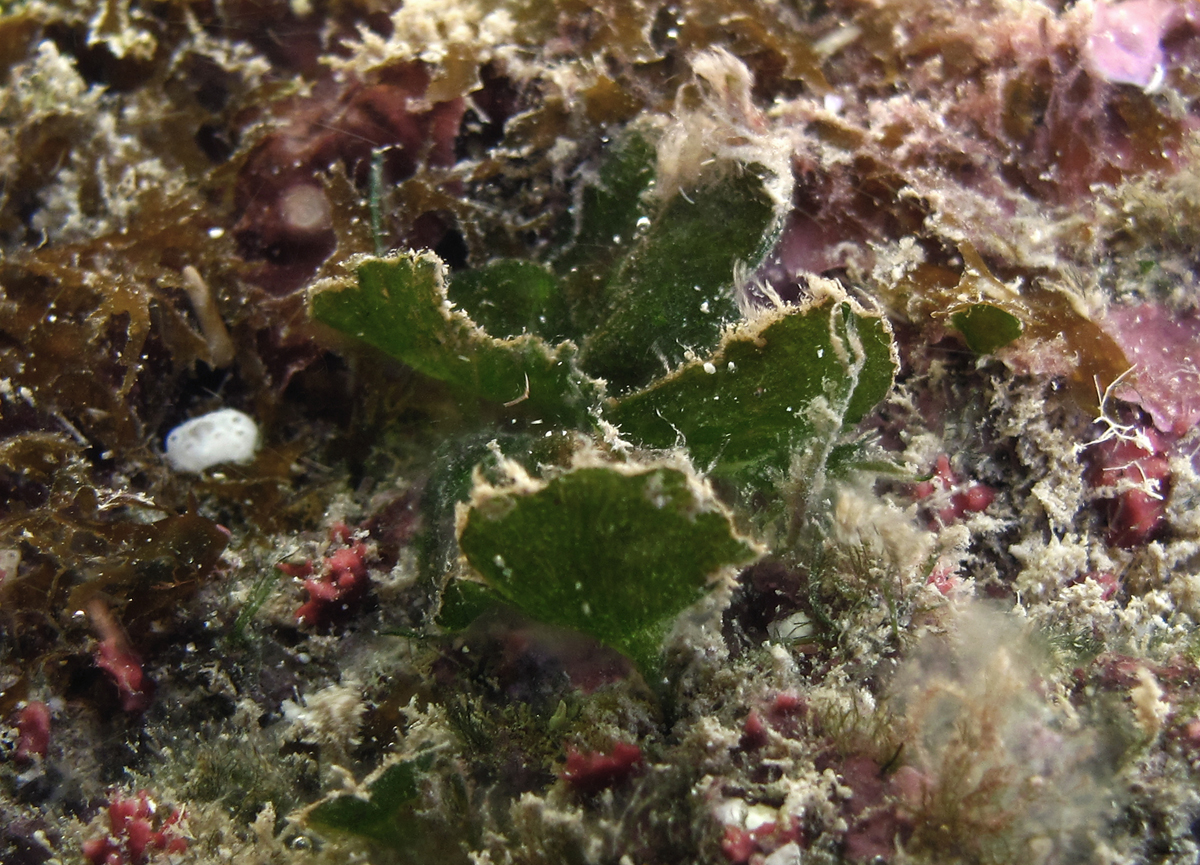
Avrainvillea amadelpha
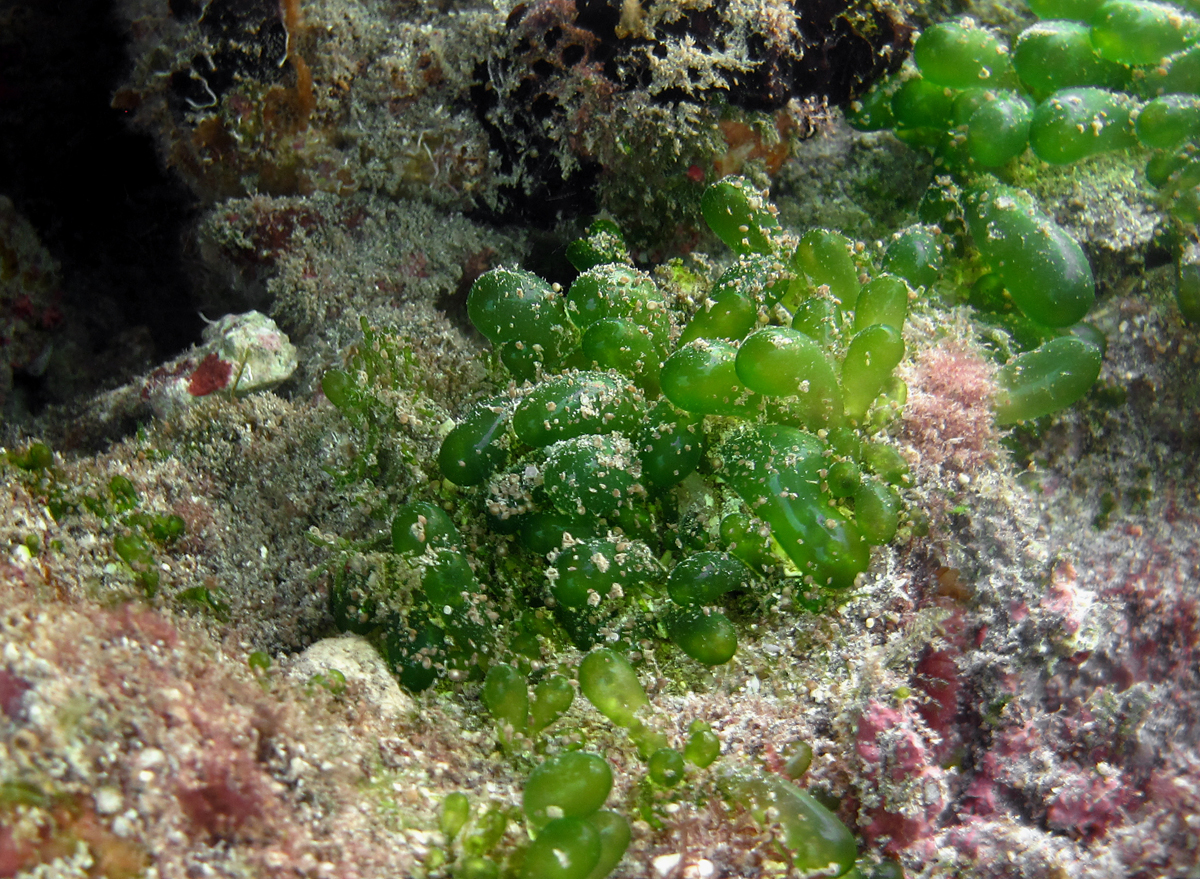
Boergesenia forbesii
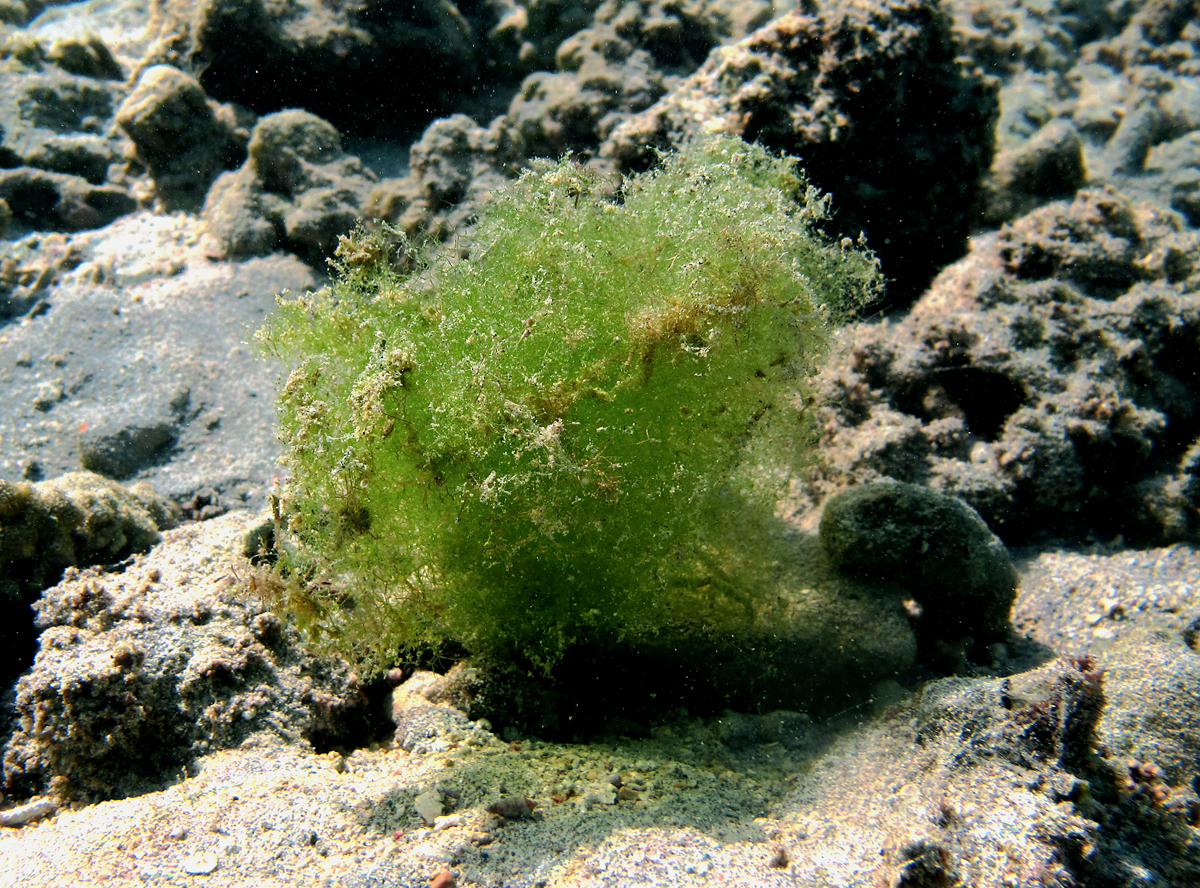
Boodlea composita?
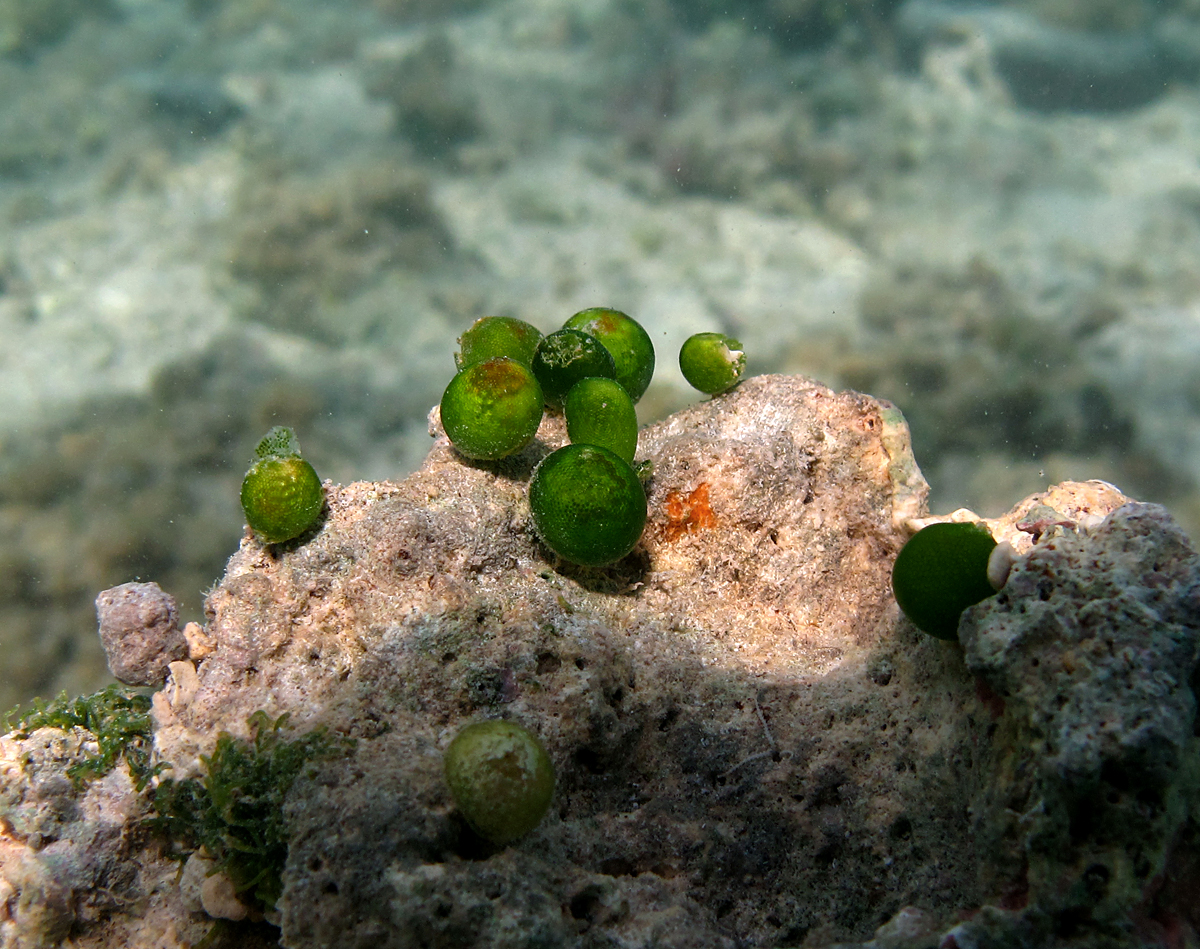
Bornetella sphaerica
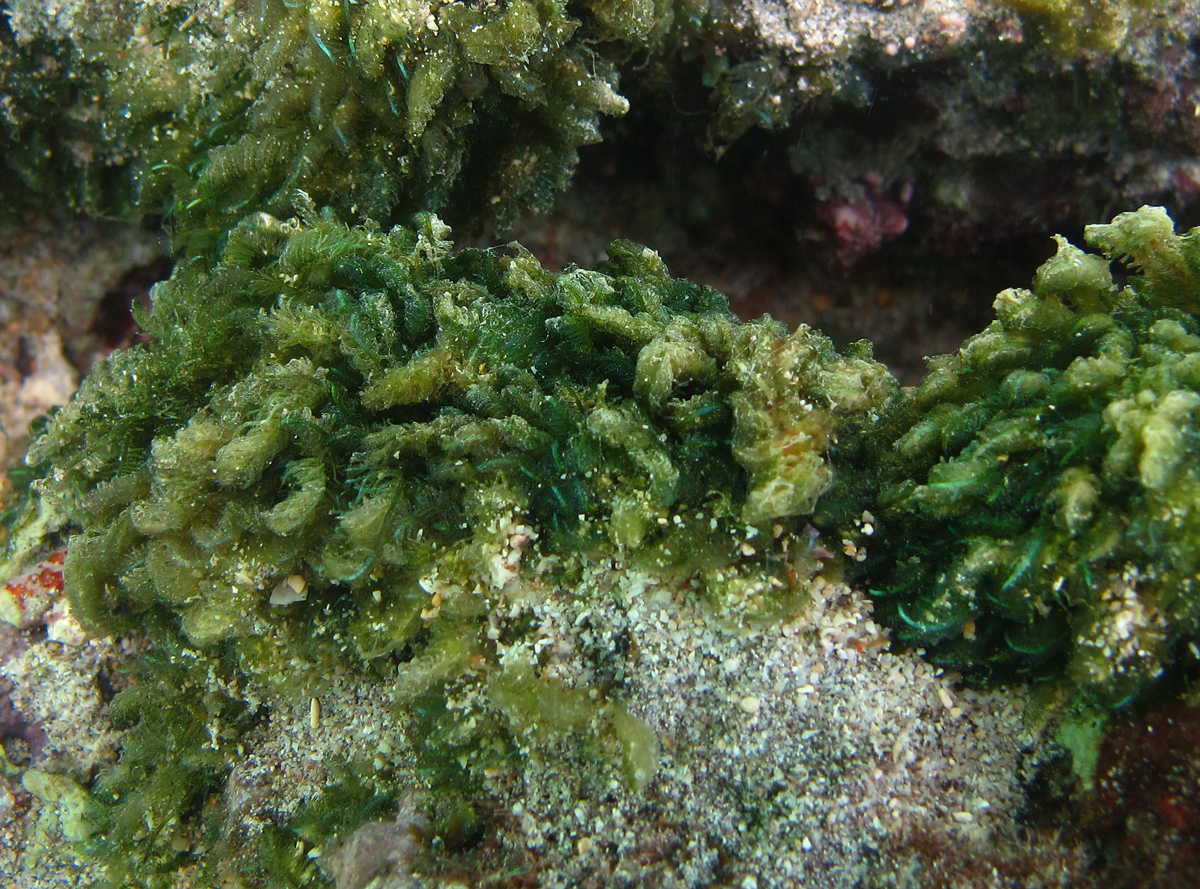
Bryopsis cf. pennata
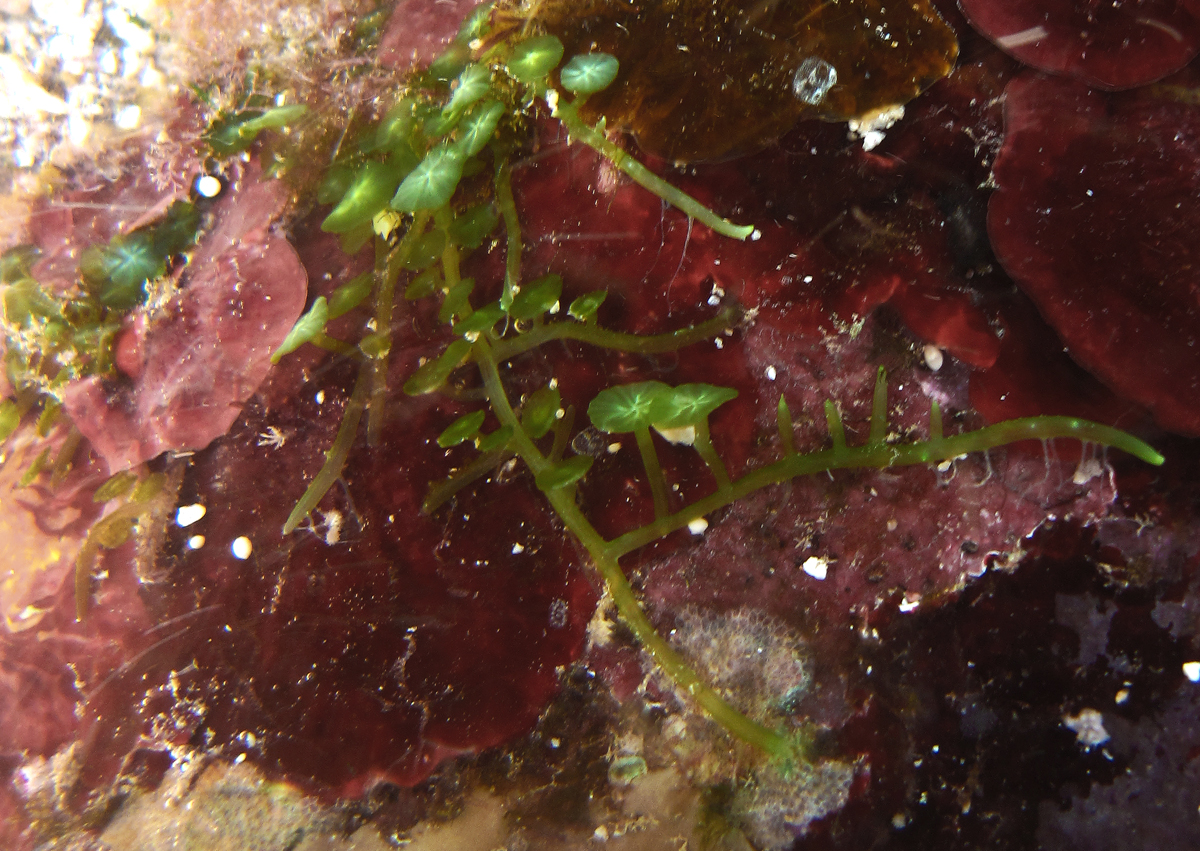
Caulerpa nummularia?
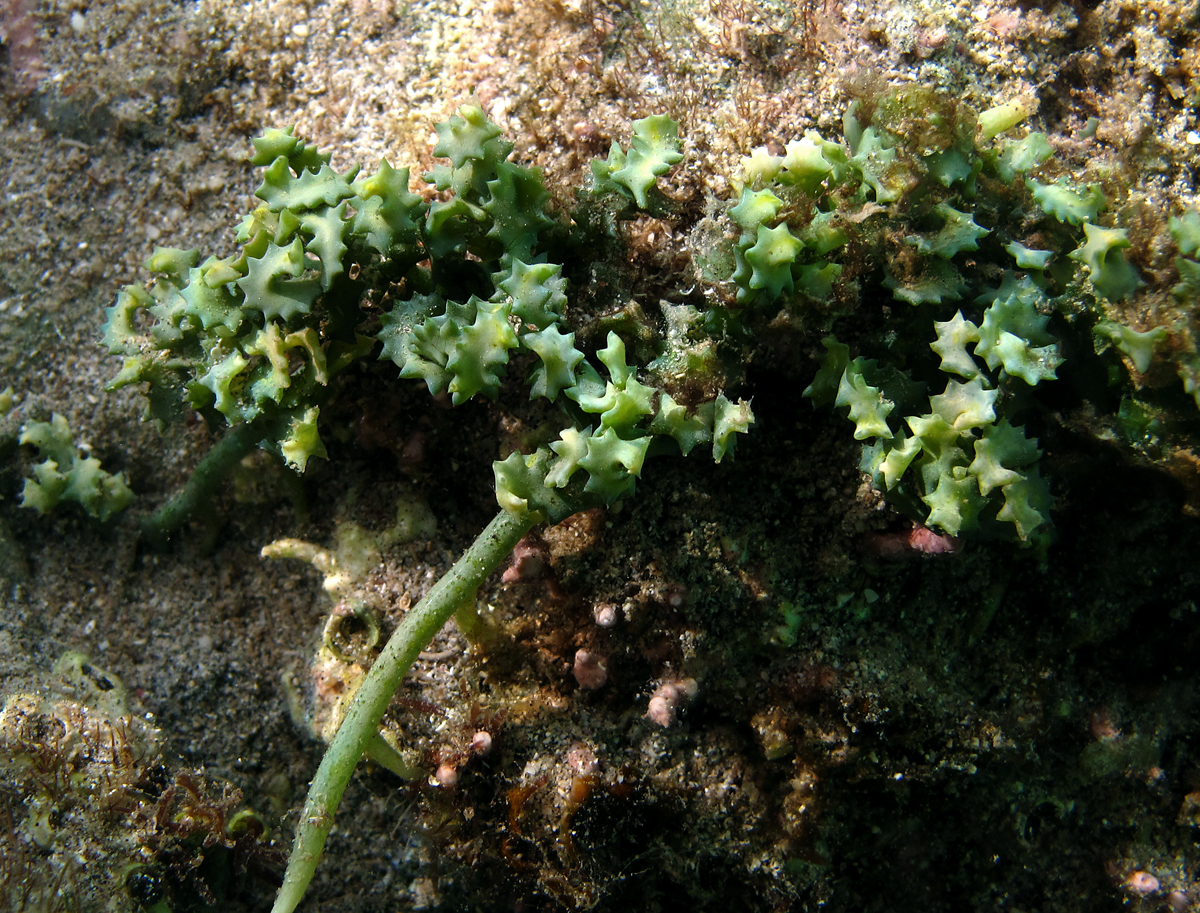
Caulerpa serrulata
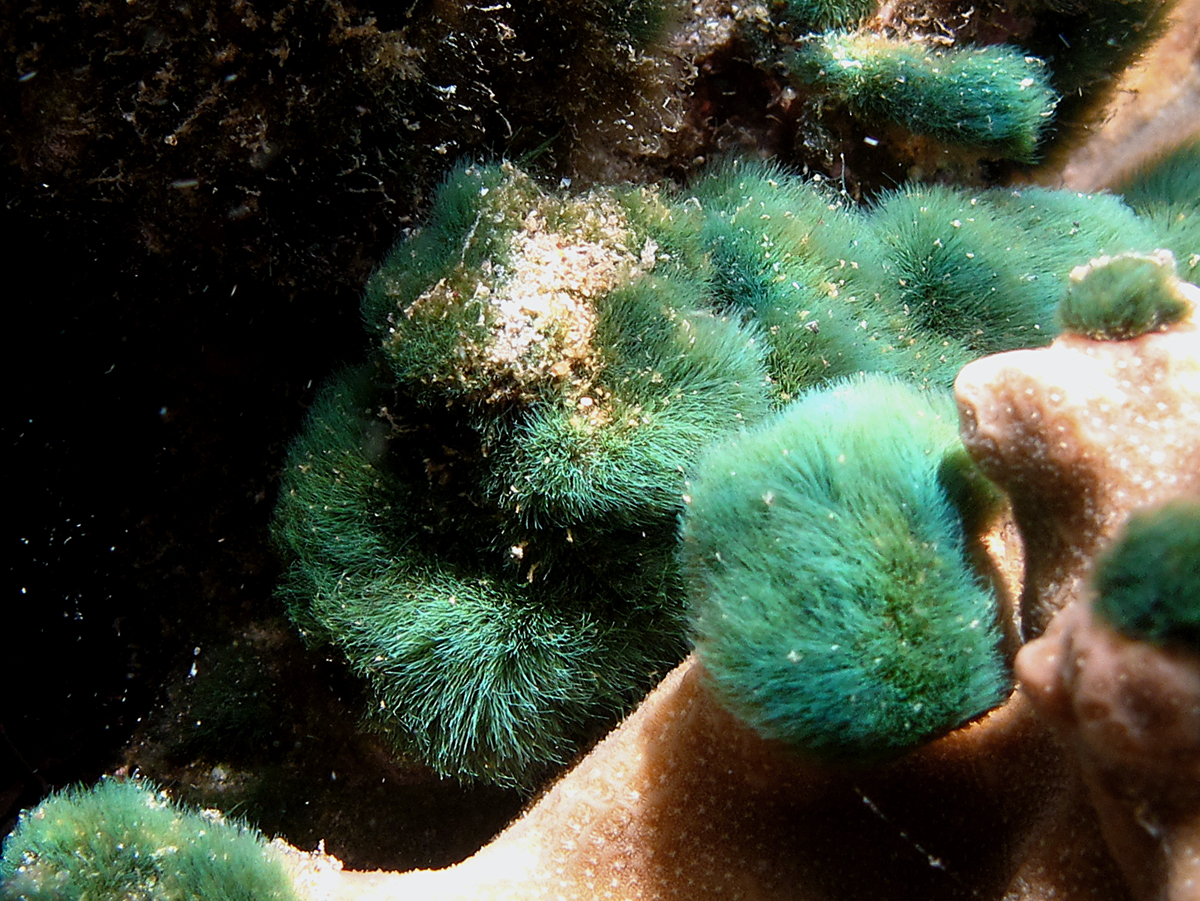
Chlorodesmis fastigiata
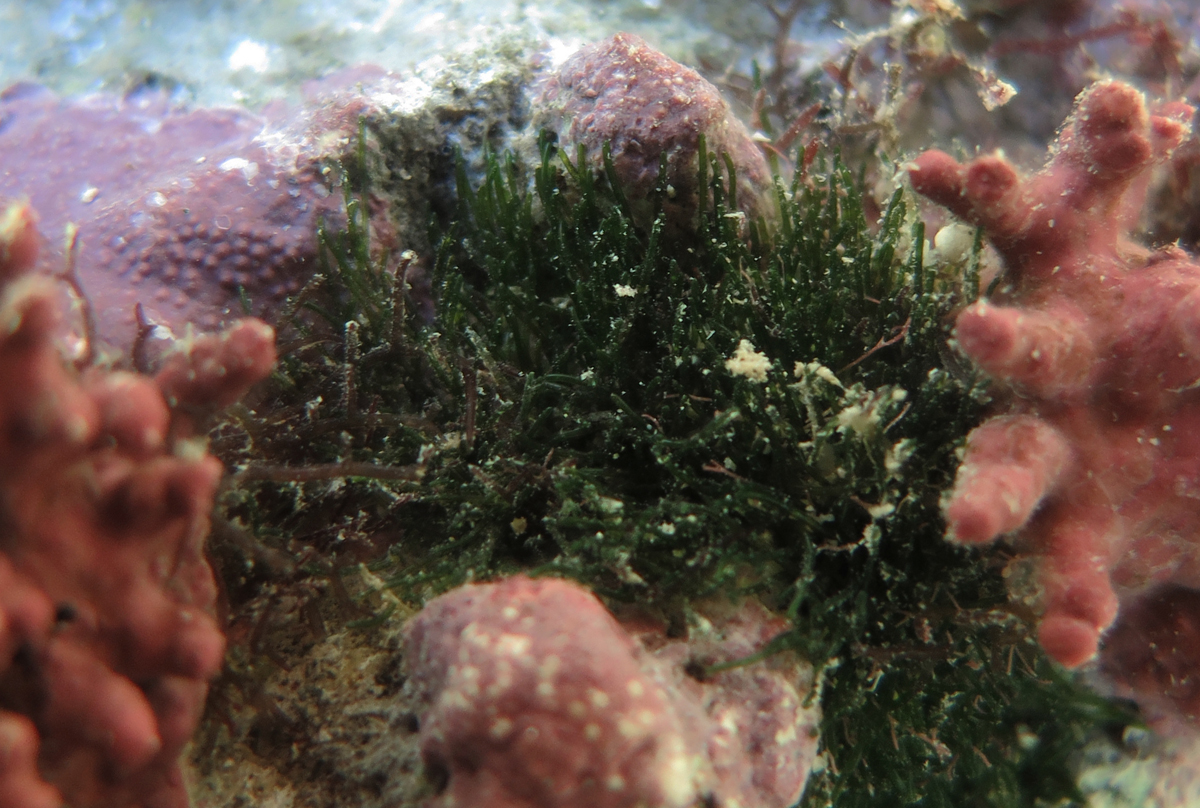
Cladophoropsis fasciculata
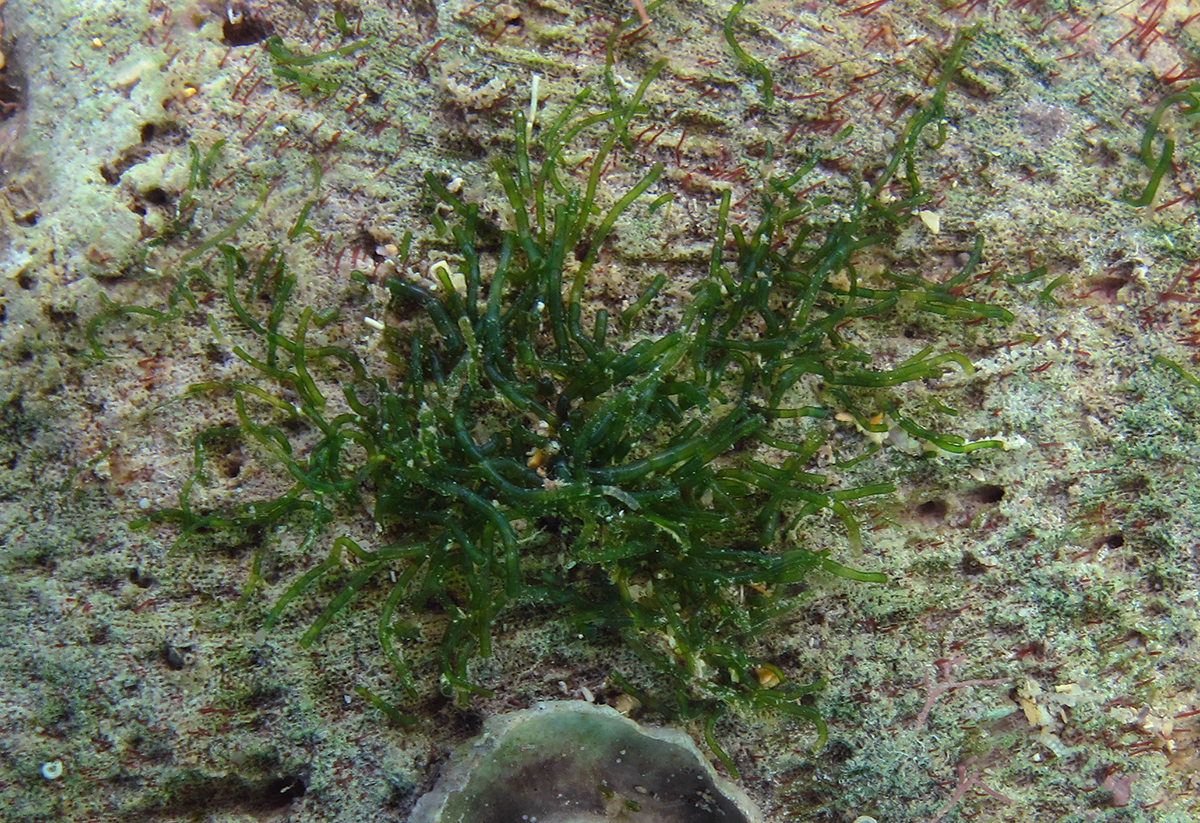
Cladophoropsis sudanensis
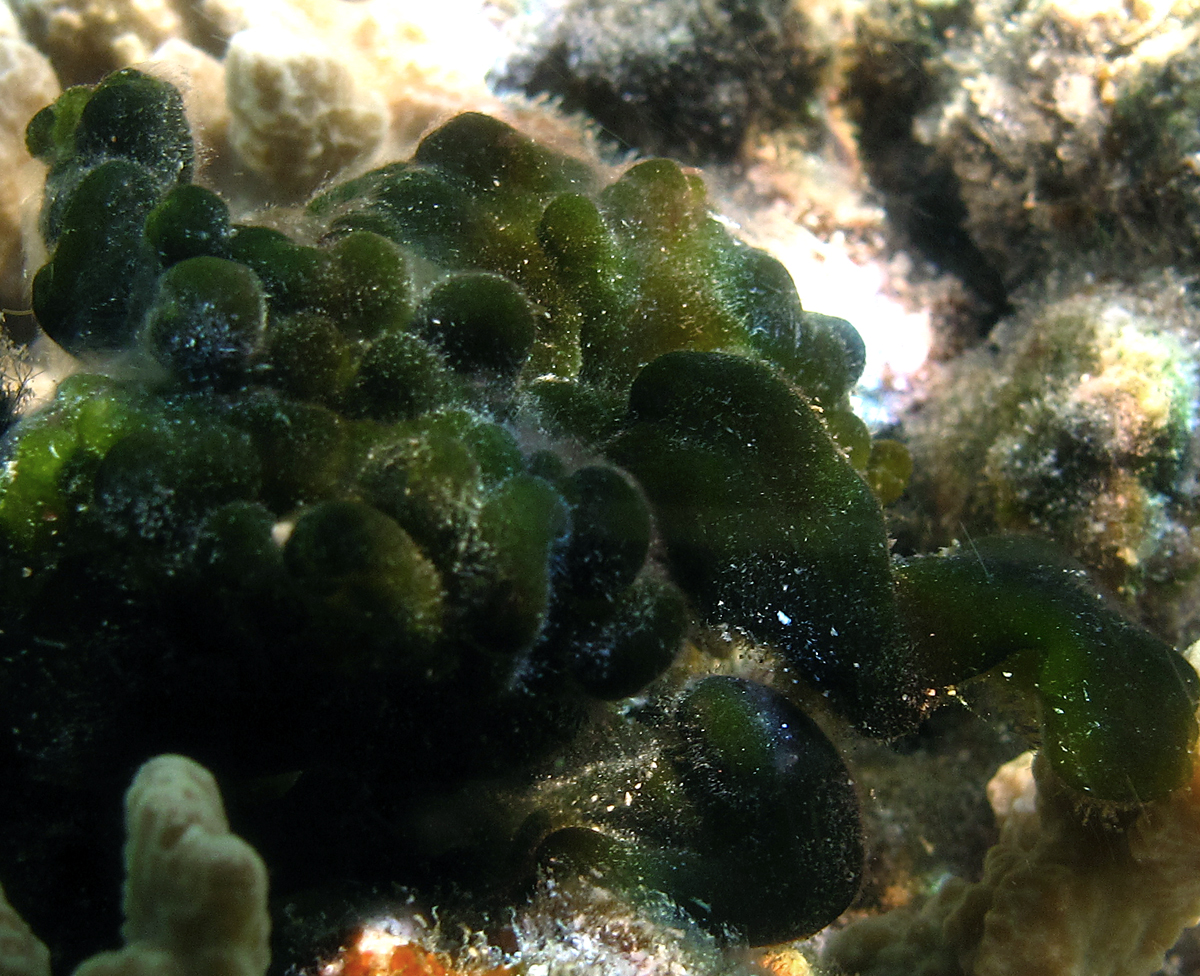
Codium arabicum
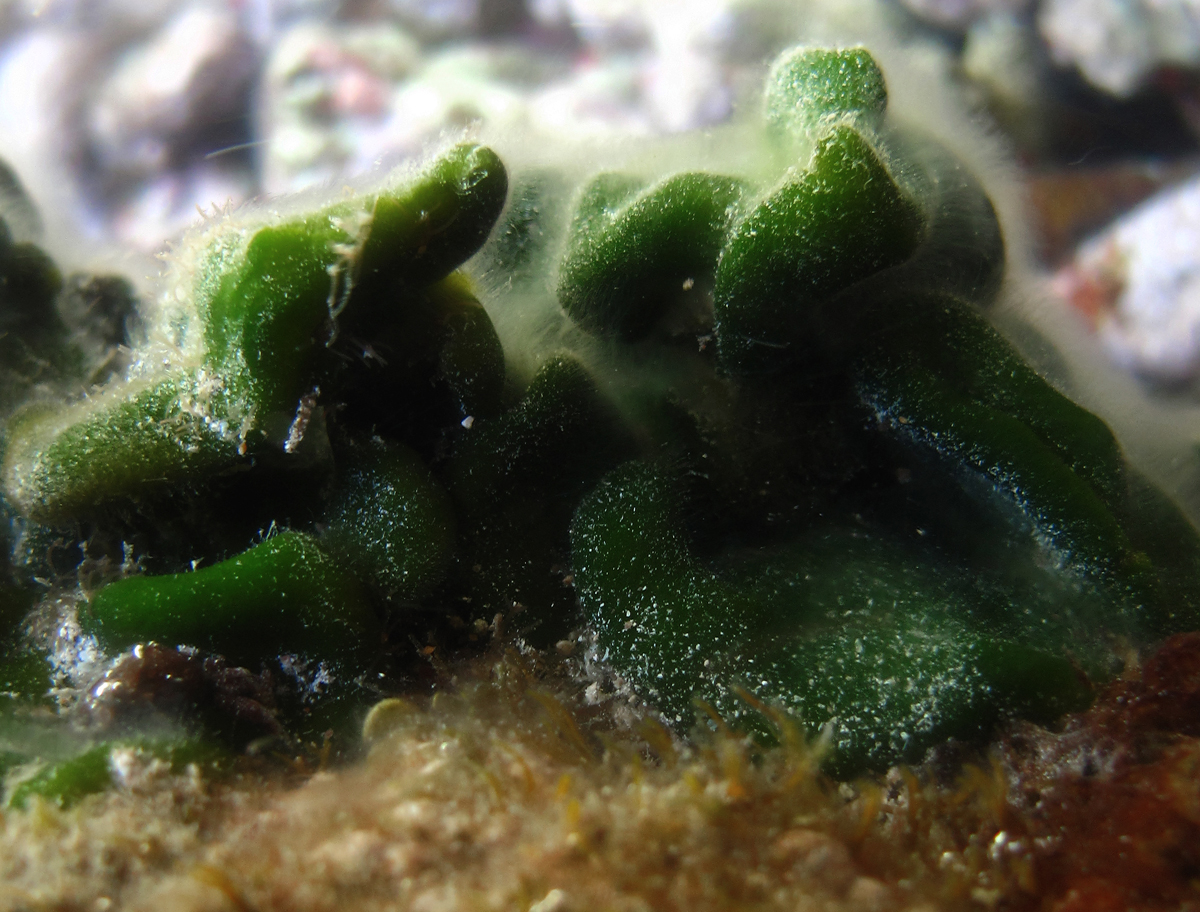
Codium spongiosum?
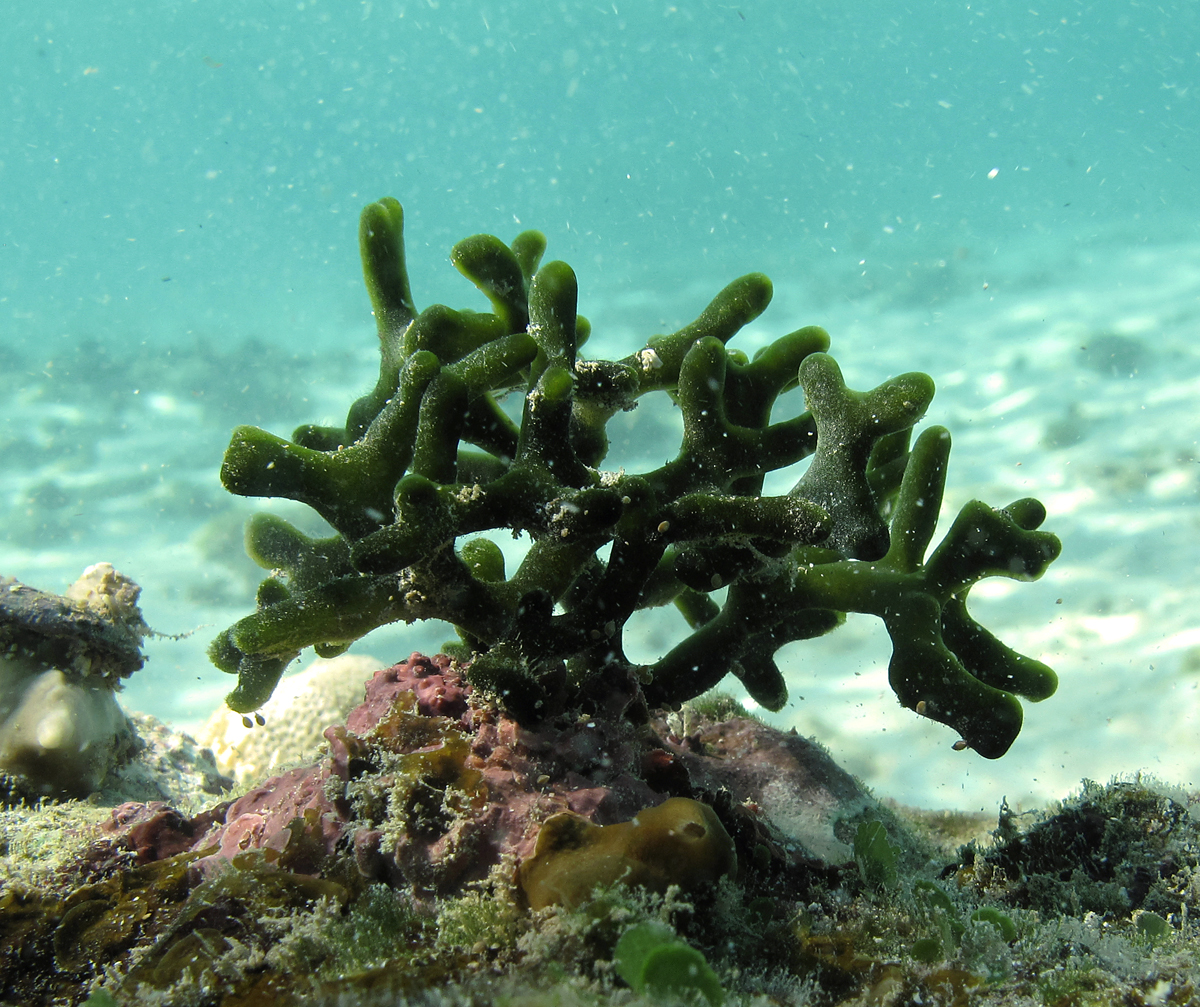
Codium cf. dwarkense?
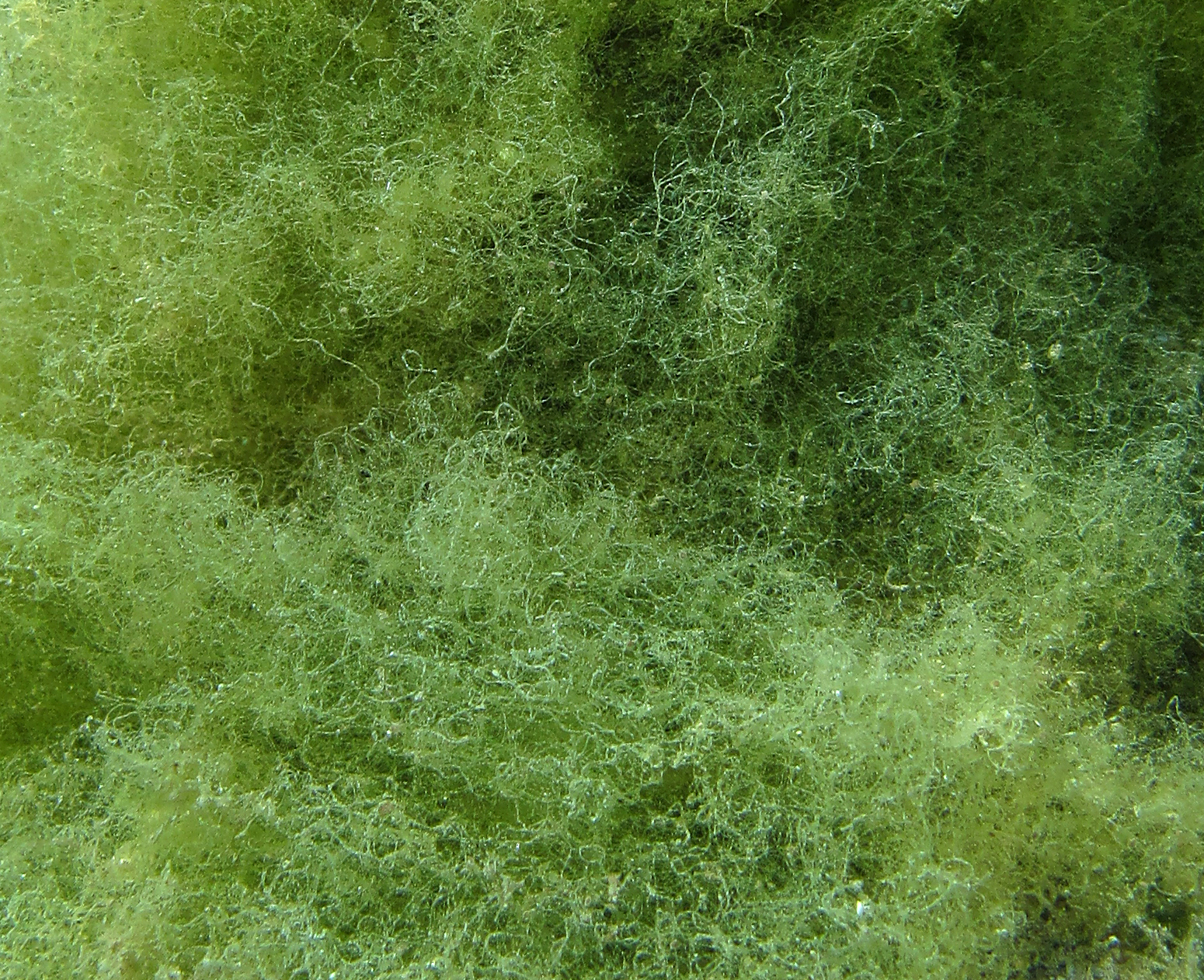
Derbesia sp.
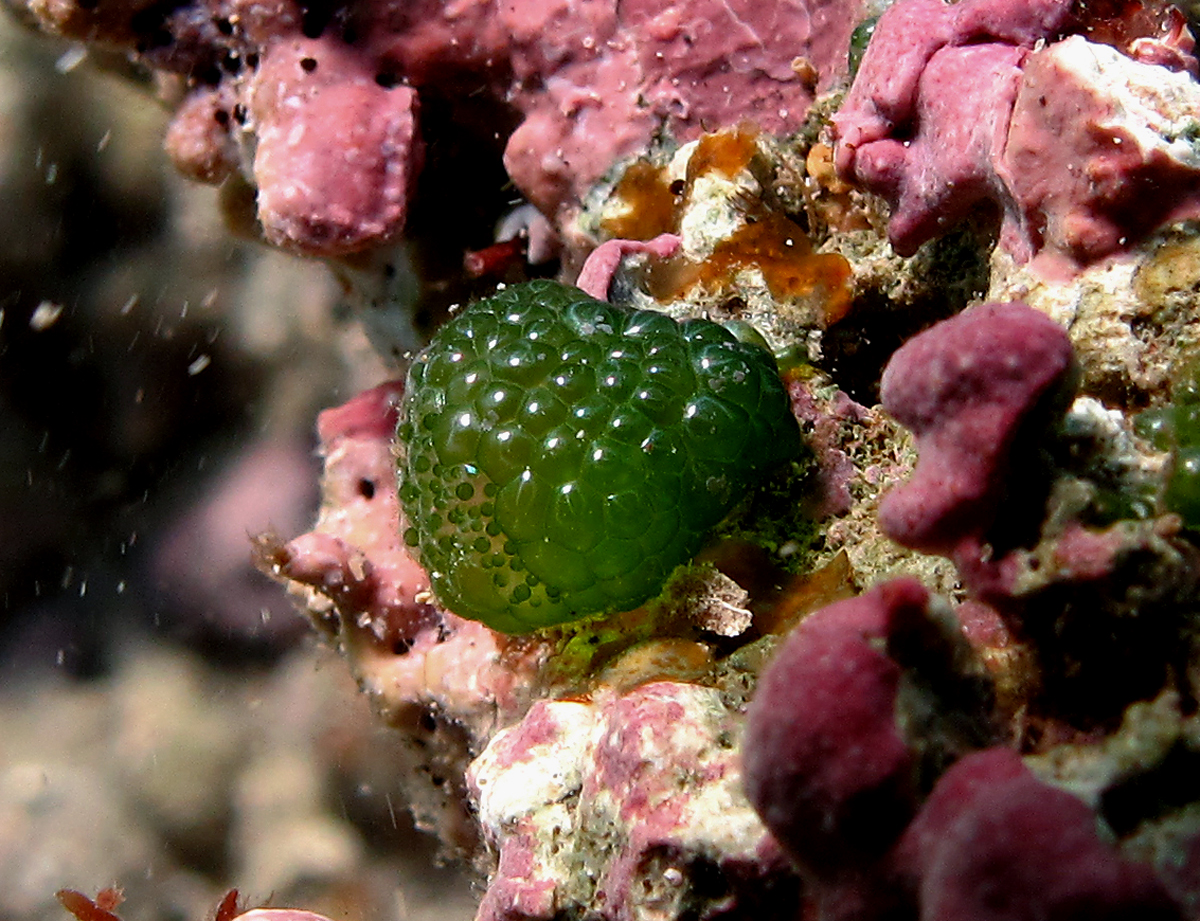
Dictyosphaeria cavernosa
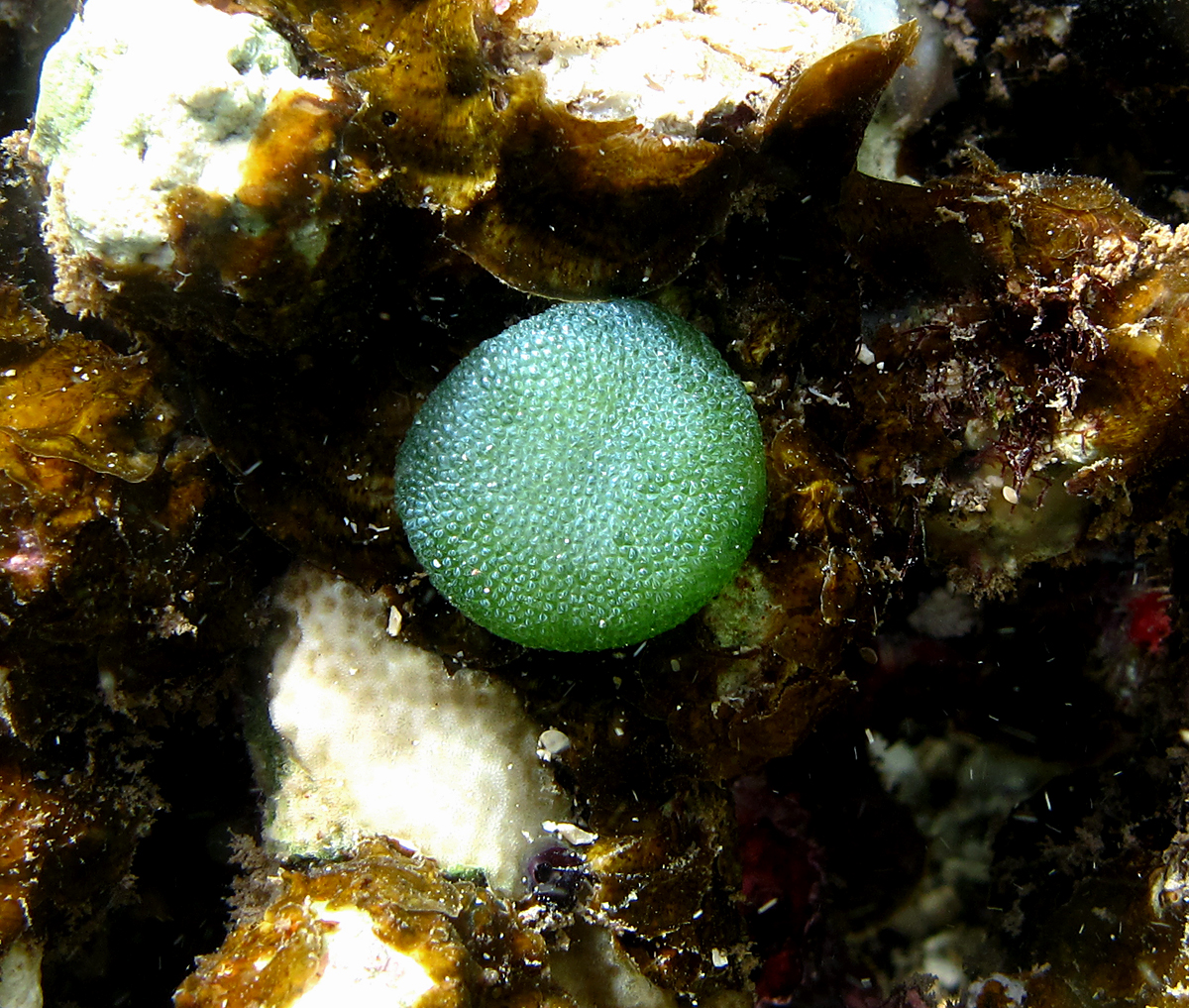
Dictyosphaeria verluysii
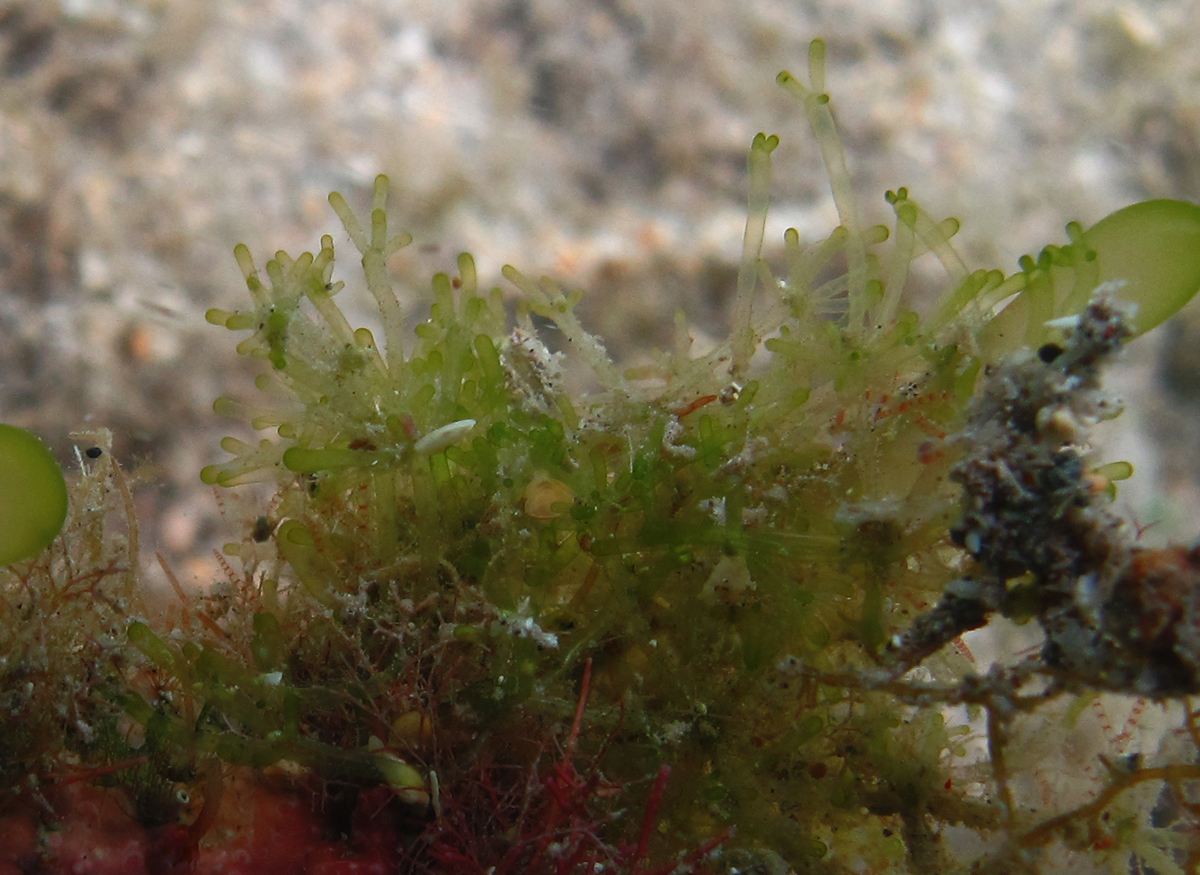
Ernodesmis verticillata
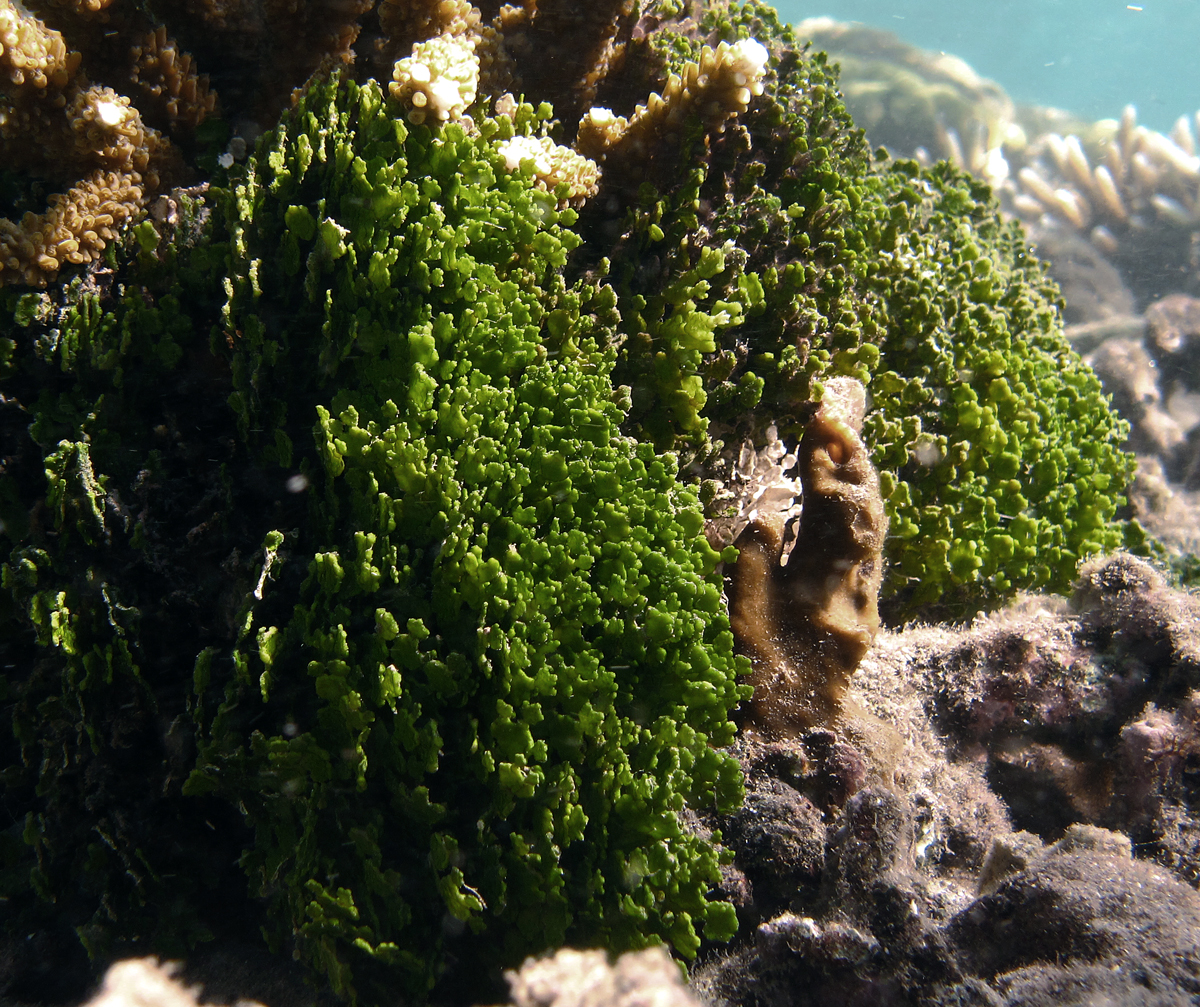
Halimeda sp.
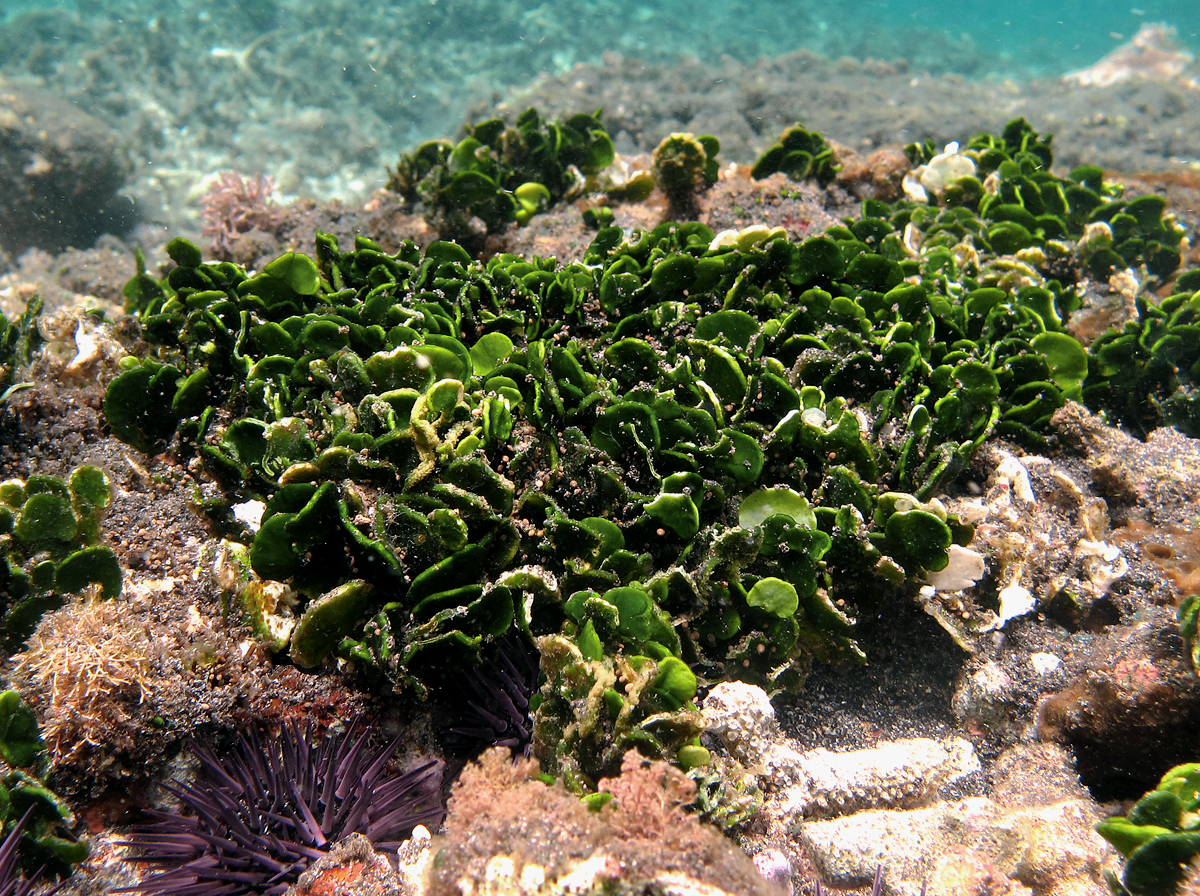
Halimeda sp.
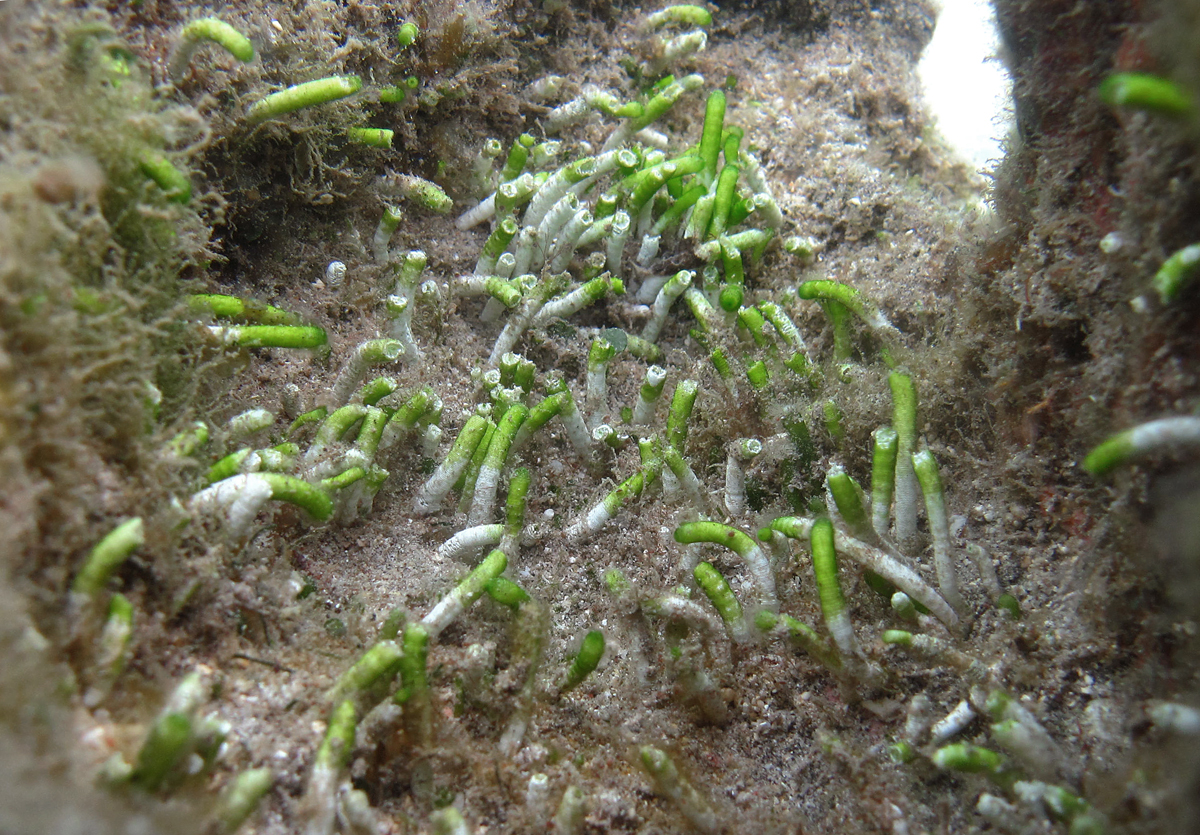
Neomeris sp.
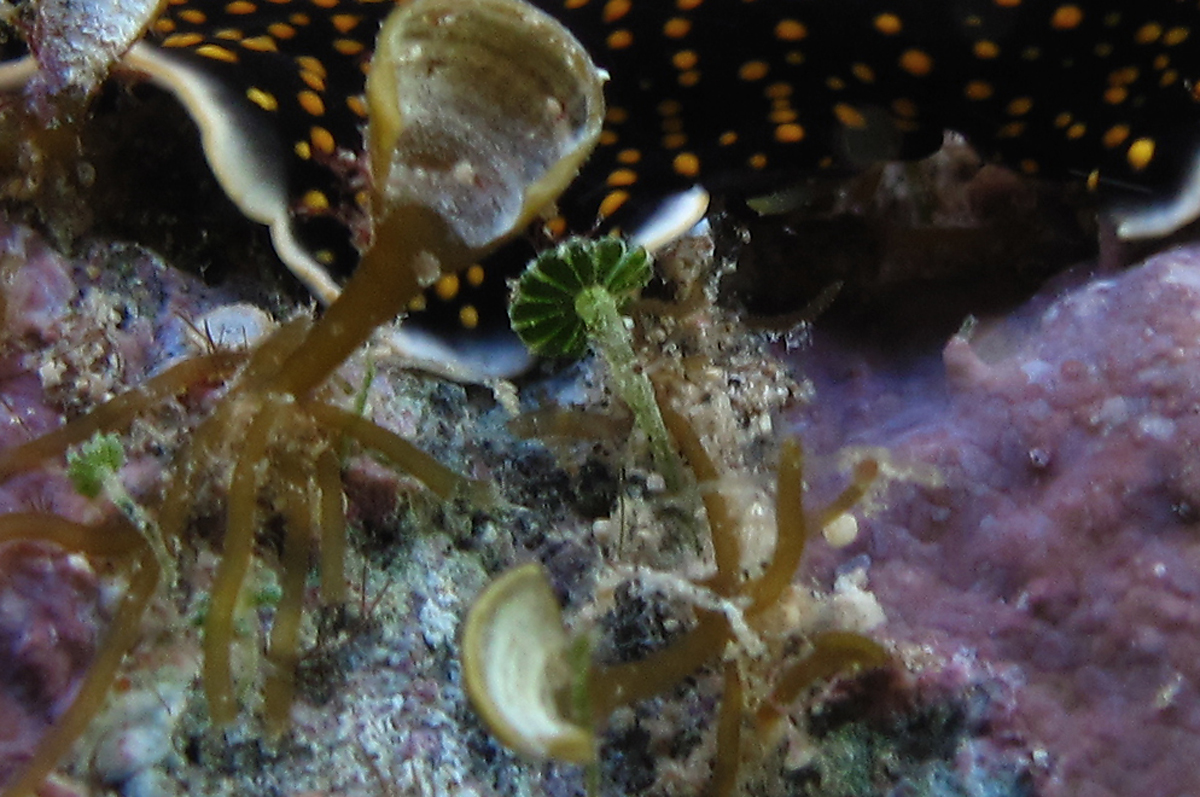
Parvocaulis parvulus
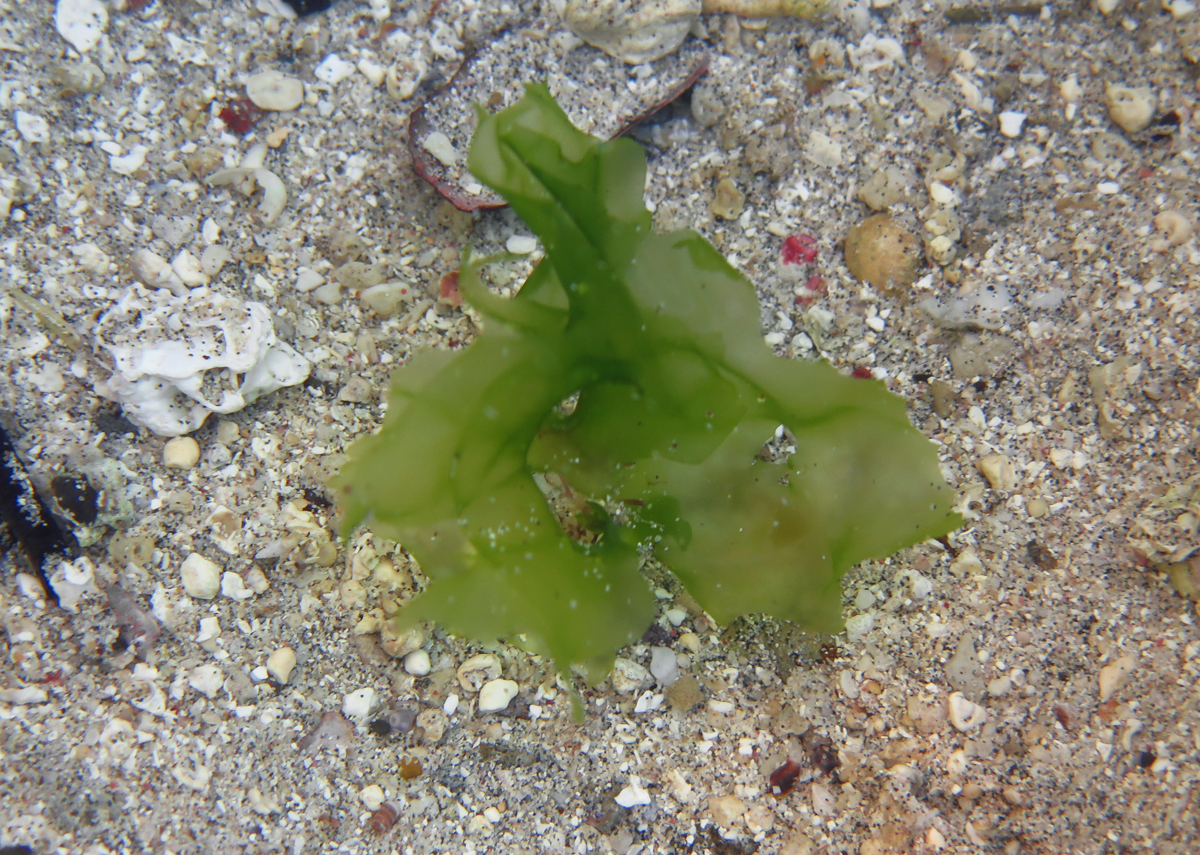
Ulva rigida ou lactuca
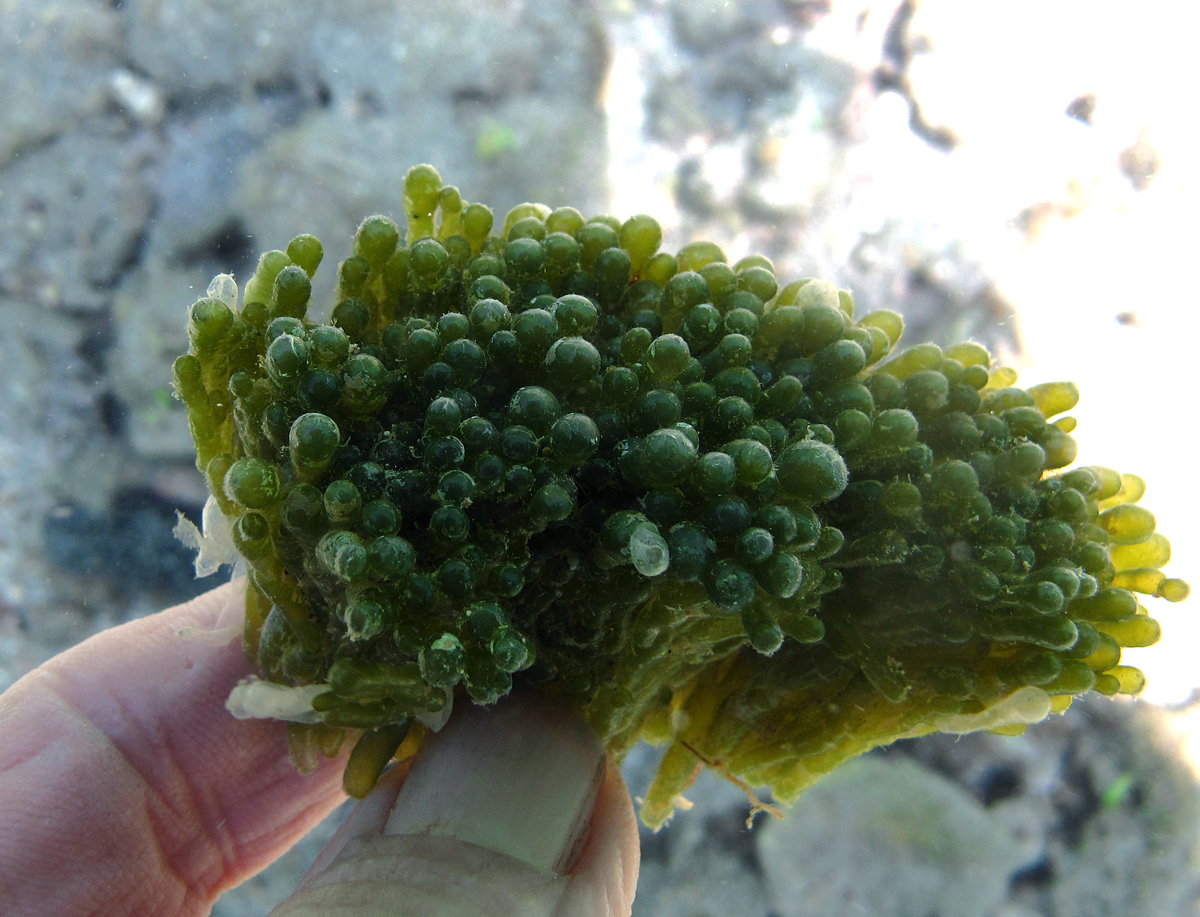
Valonia sp.
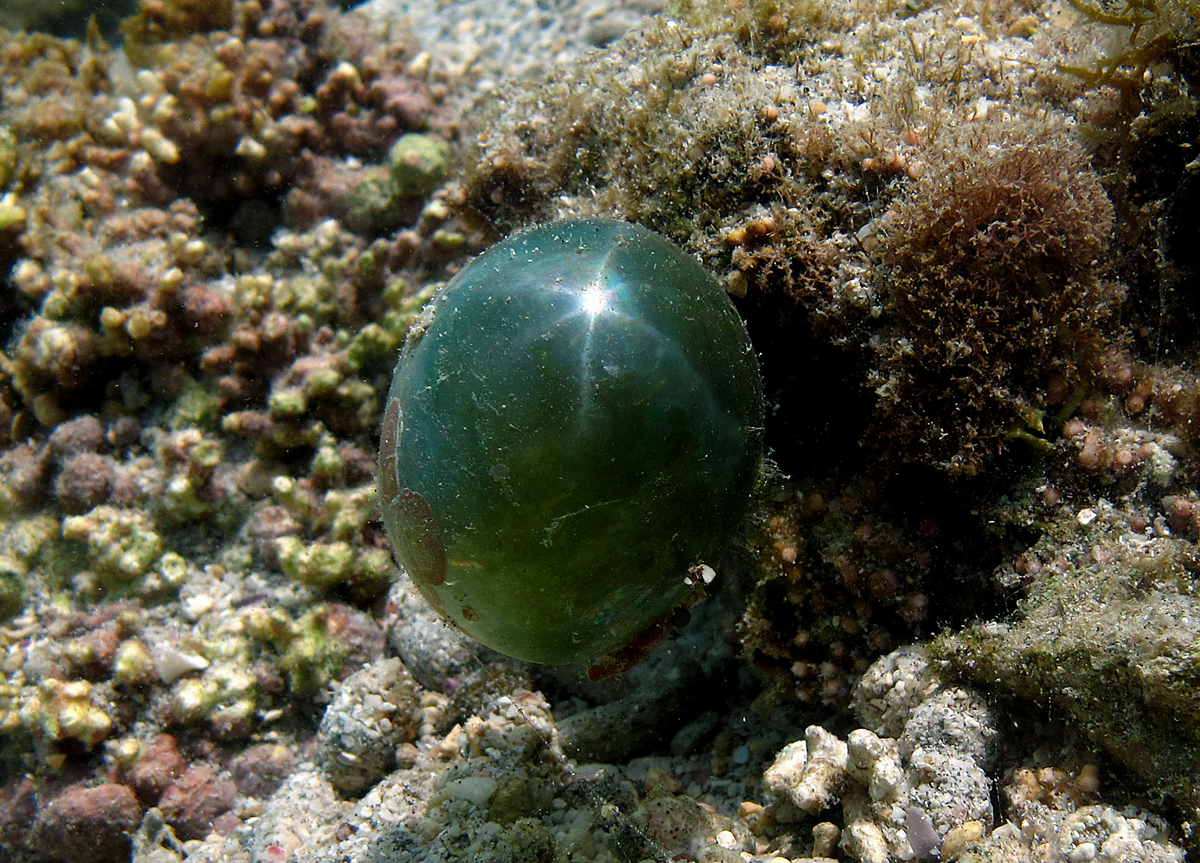
Valonia ventricosa
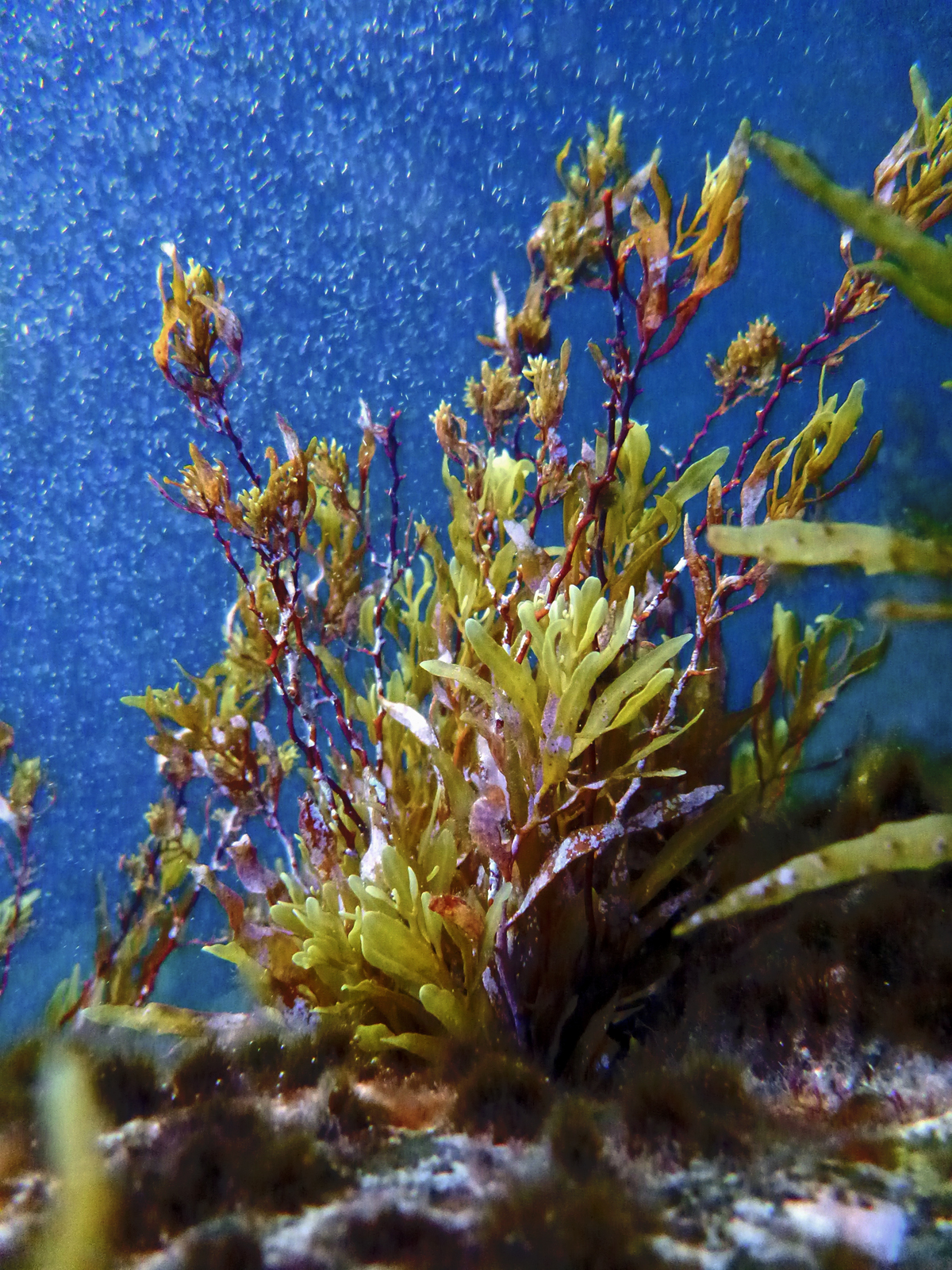
Une algue non identifiée
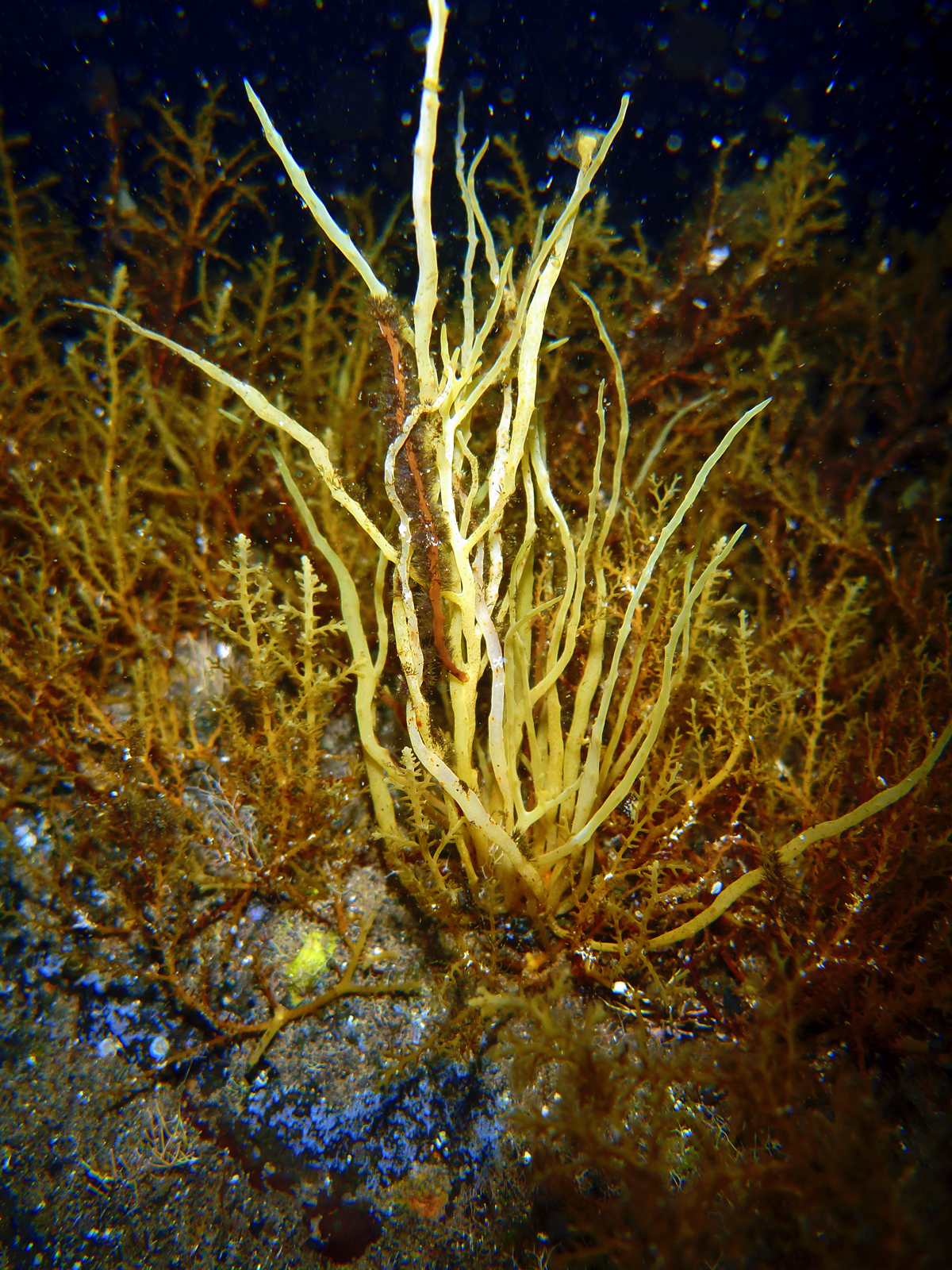
Une algue non identifiée

### Algues rouges(Rhodophyta)
Les algues rouges doivent leurs couleurs (qui peuvent aller du brun foncé au rose) à des pigments rouges (phycoérythrines) et bleus (phycocyanines) qui masquent les chlorophylles. Les couleurs varient de surcroît en fonction de l’exposition à la lumière.

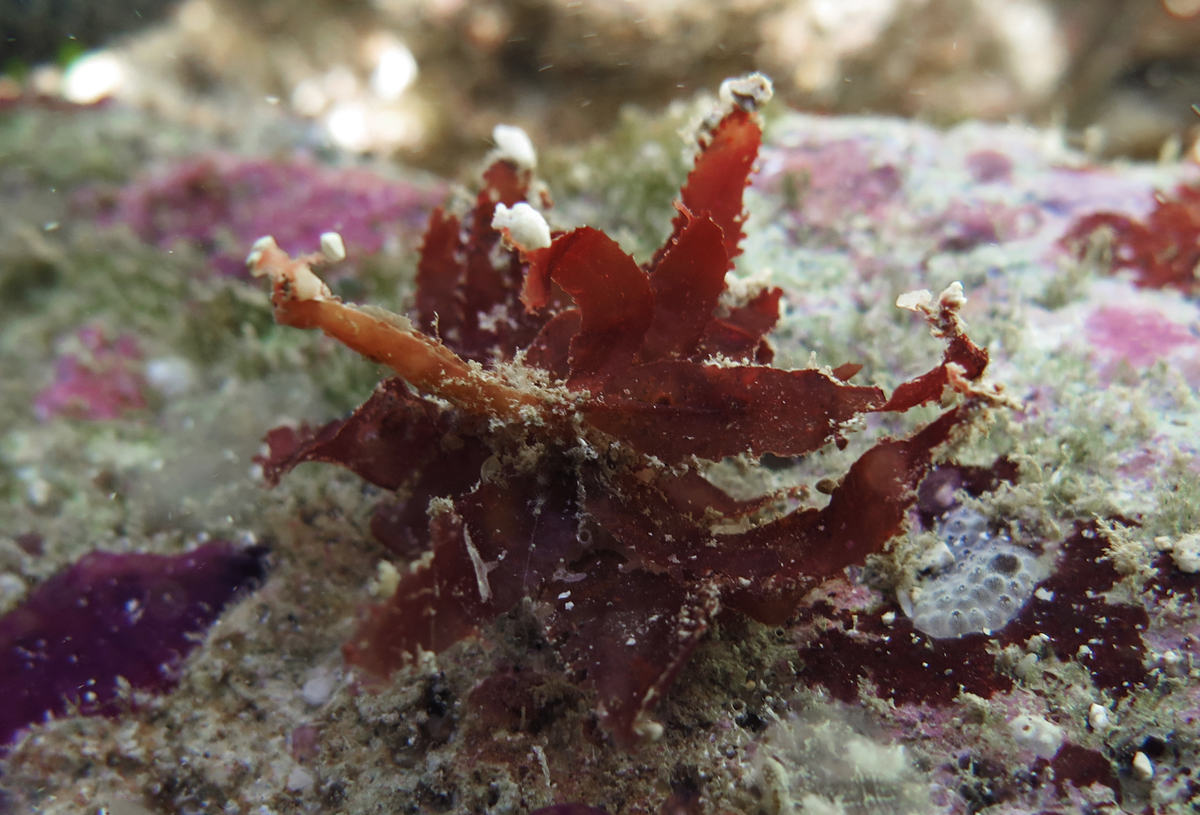
Amansia dietrichiana
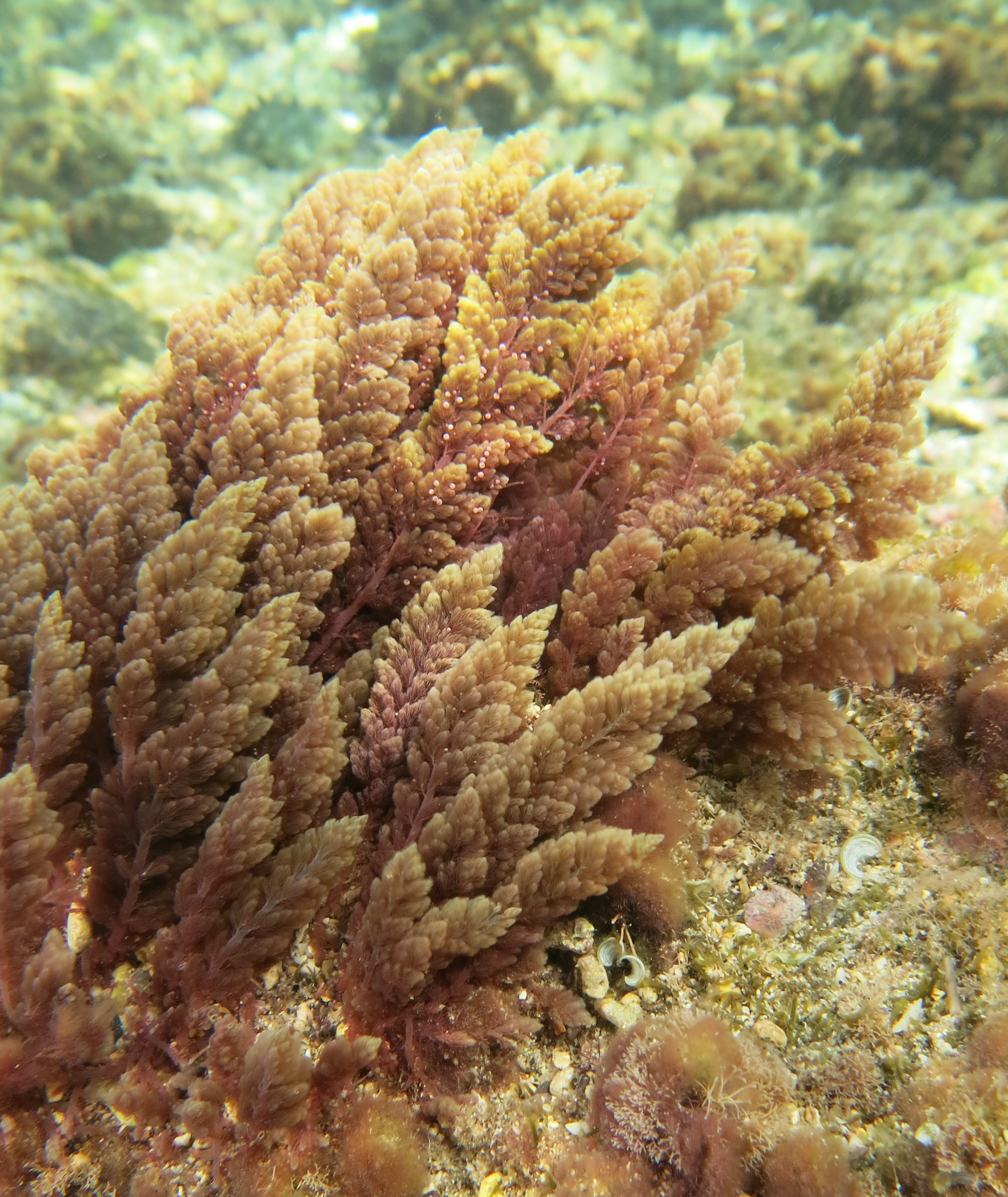
Asparagopsis taxiformis
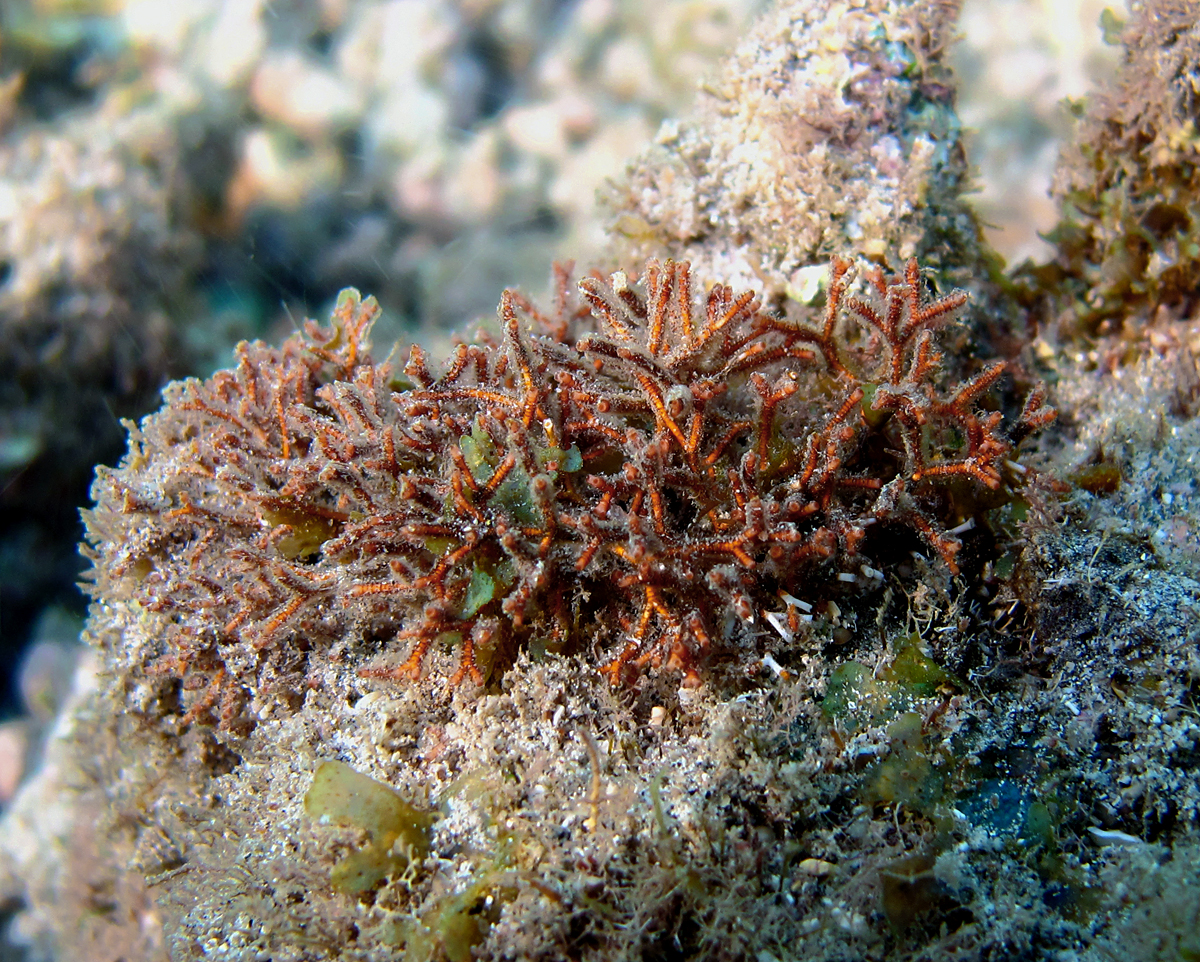
Actinotrichia fragilis
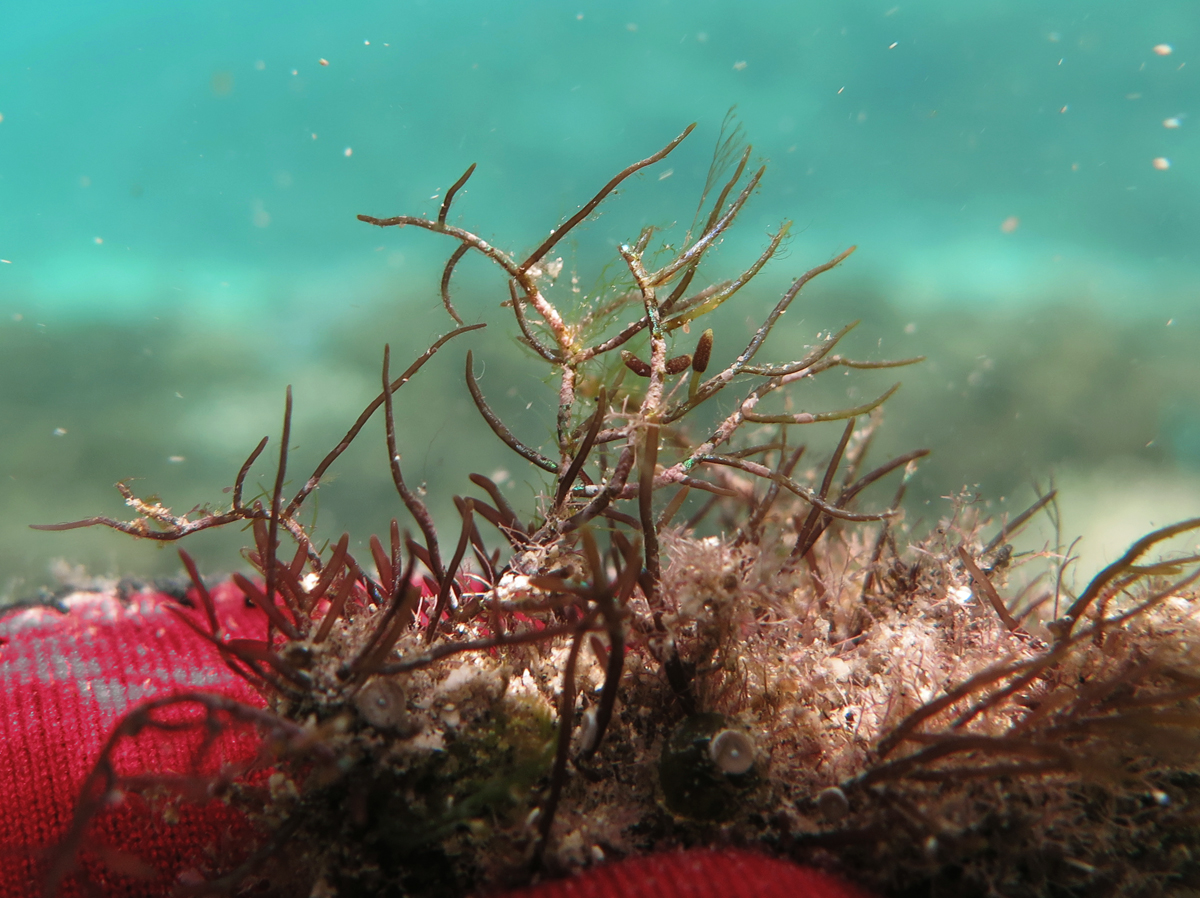
Coelothrix irregularis
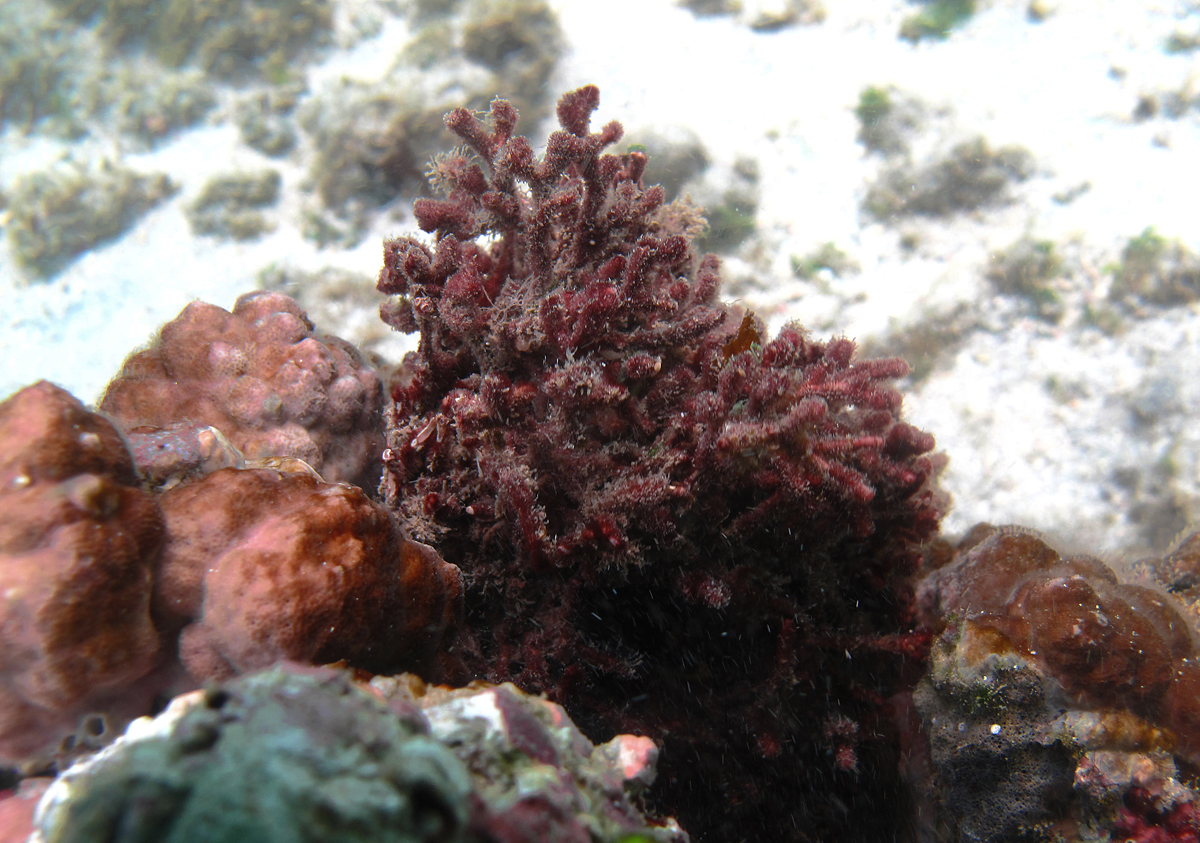
Galaxaura rugosa
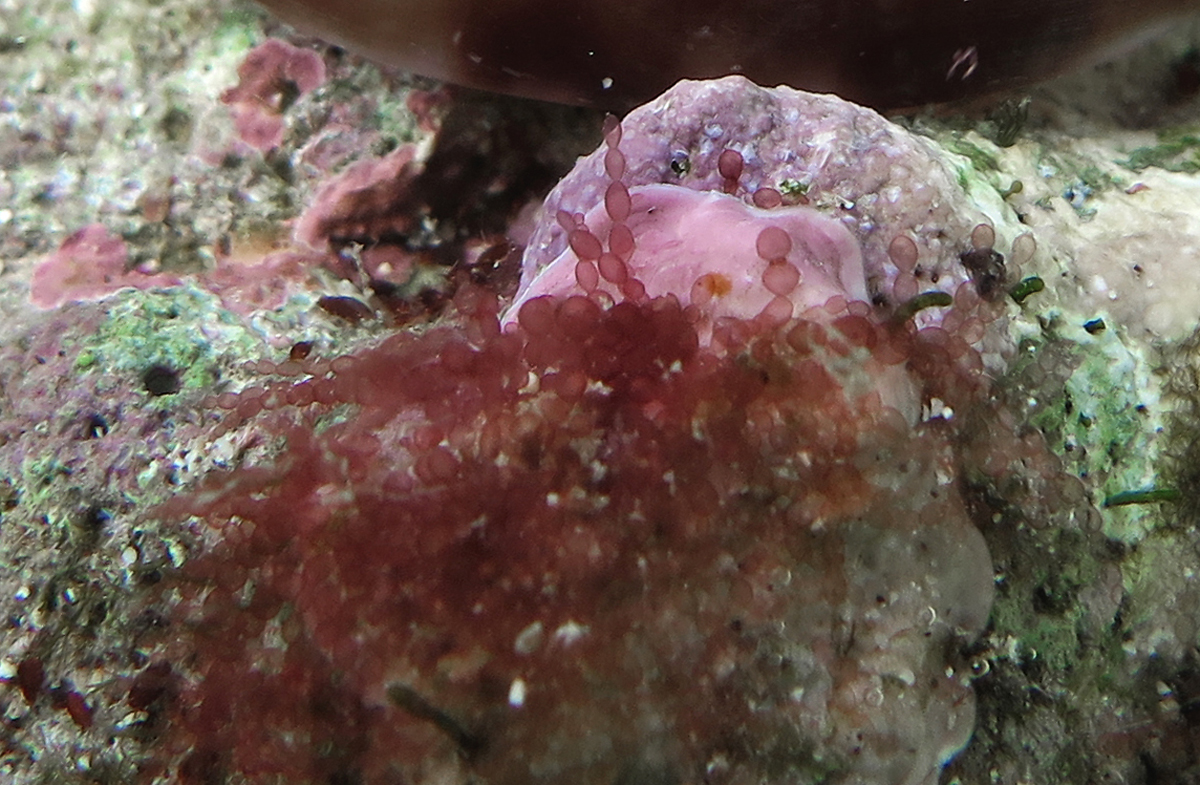
Griffithsia rhizophora?
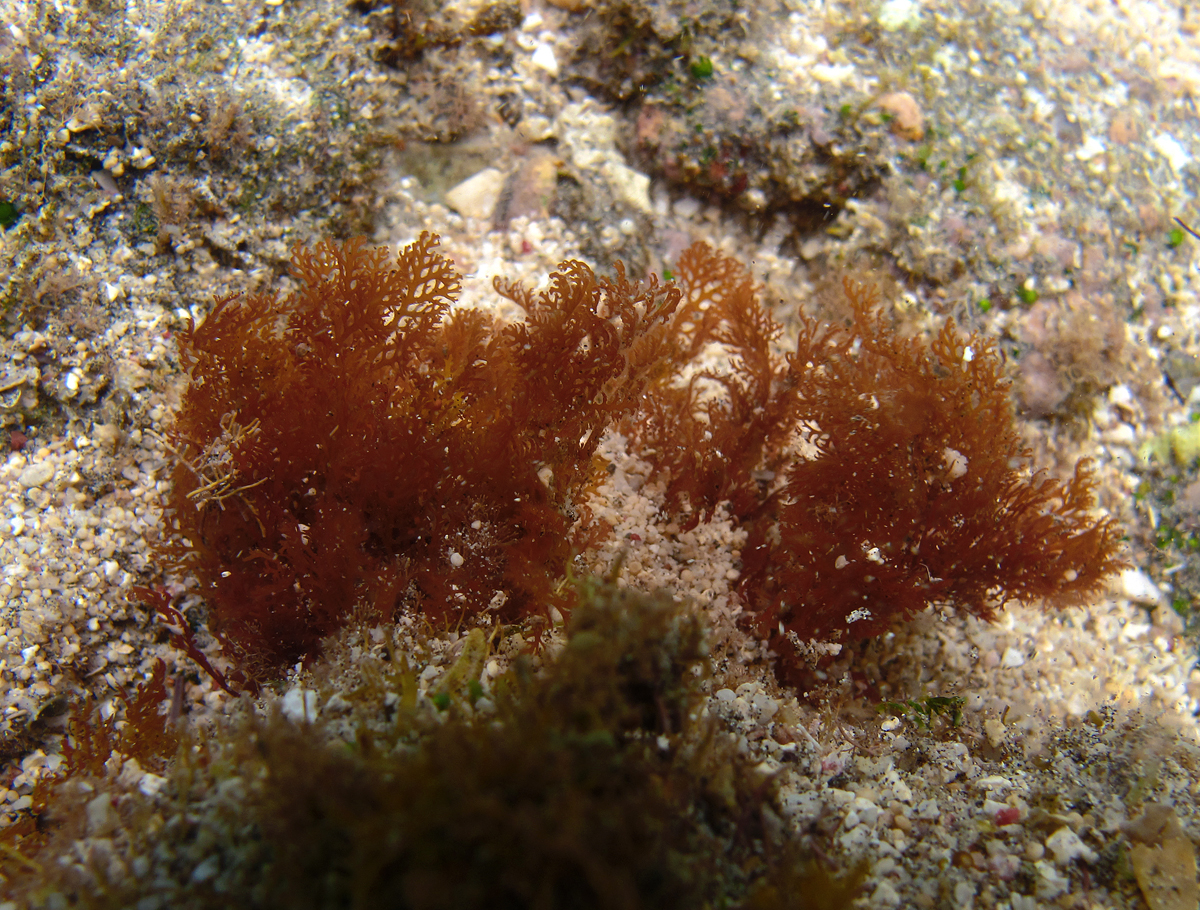
Portieria hornemannii
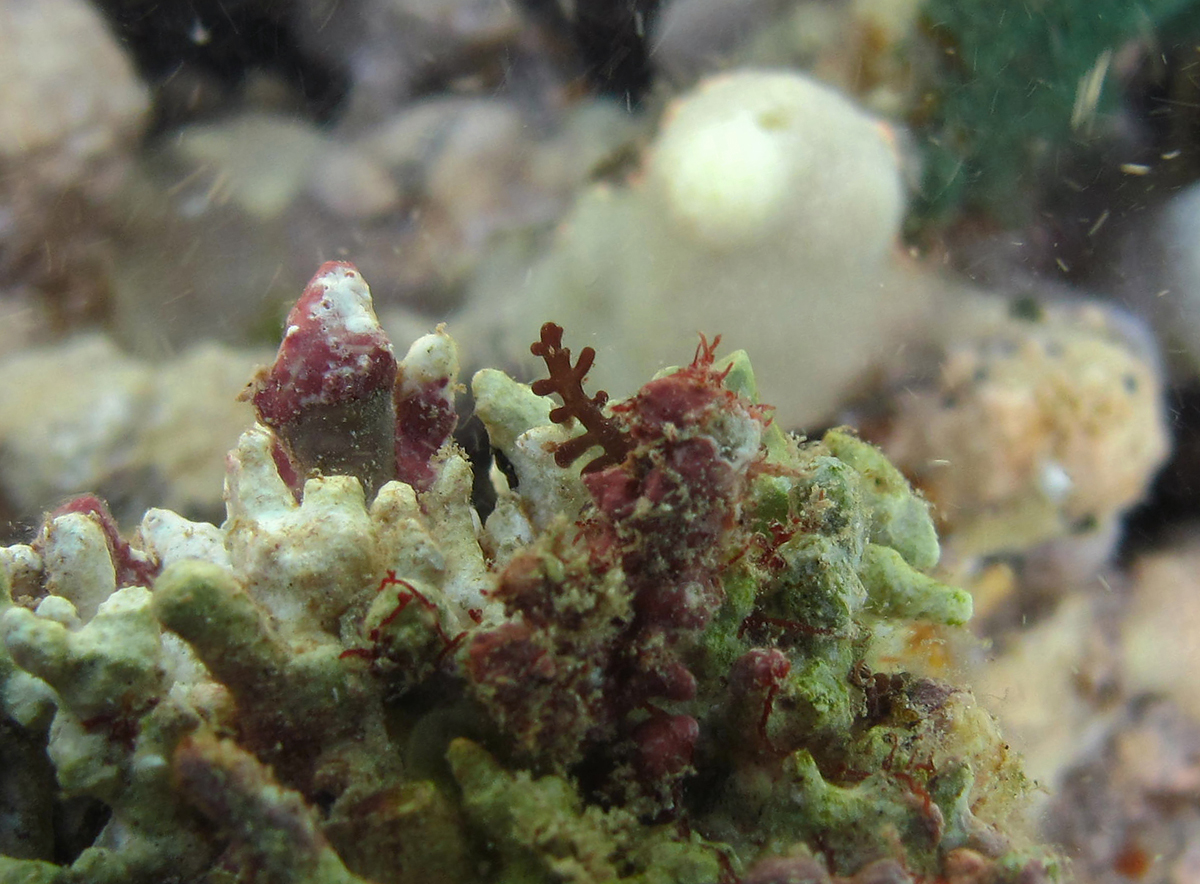
Une pousse de Gelidiella acerosa
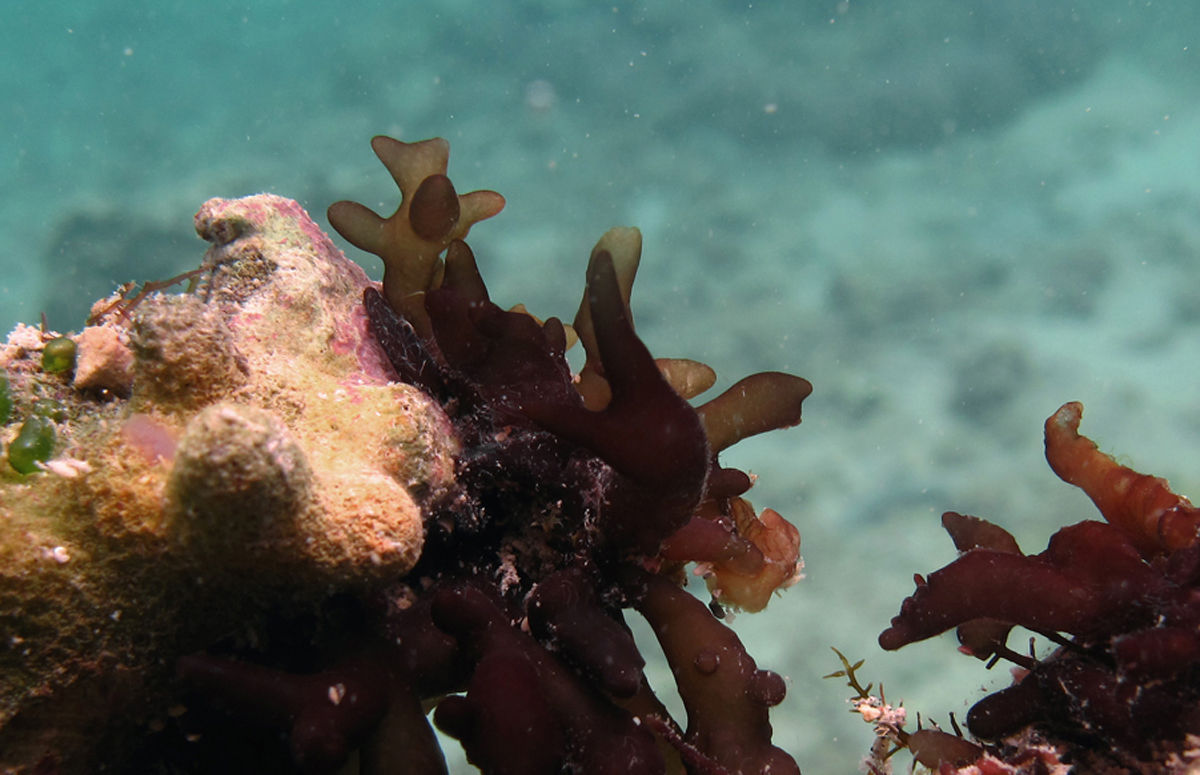
Gracilaria canaliculata
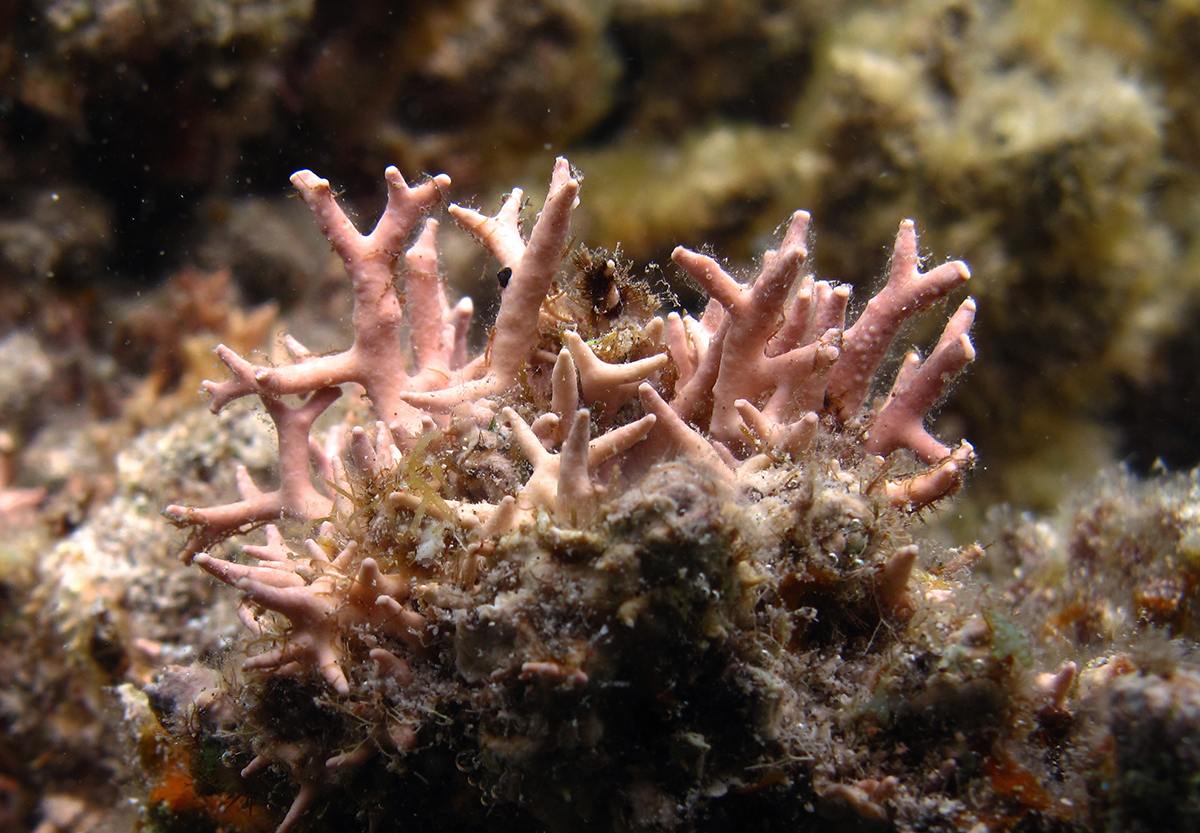
Porolithon gardineri?
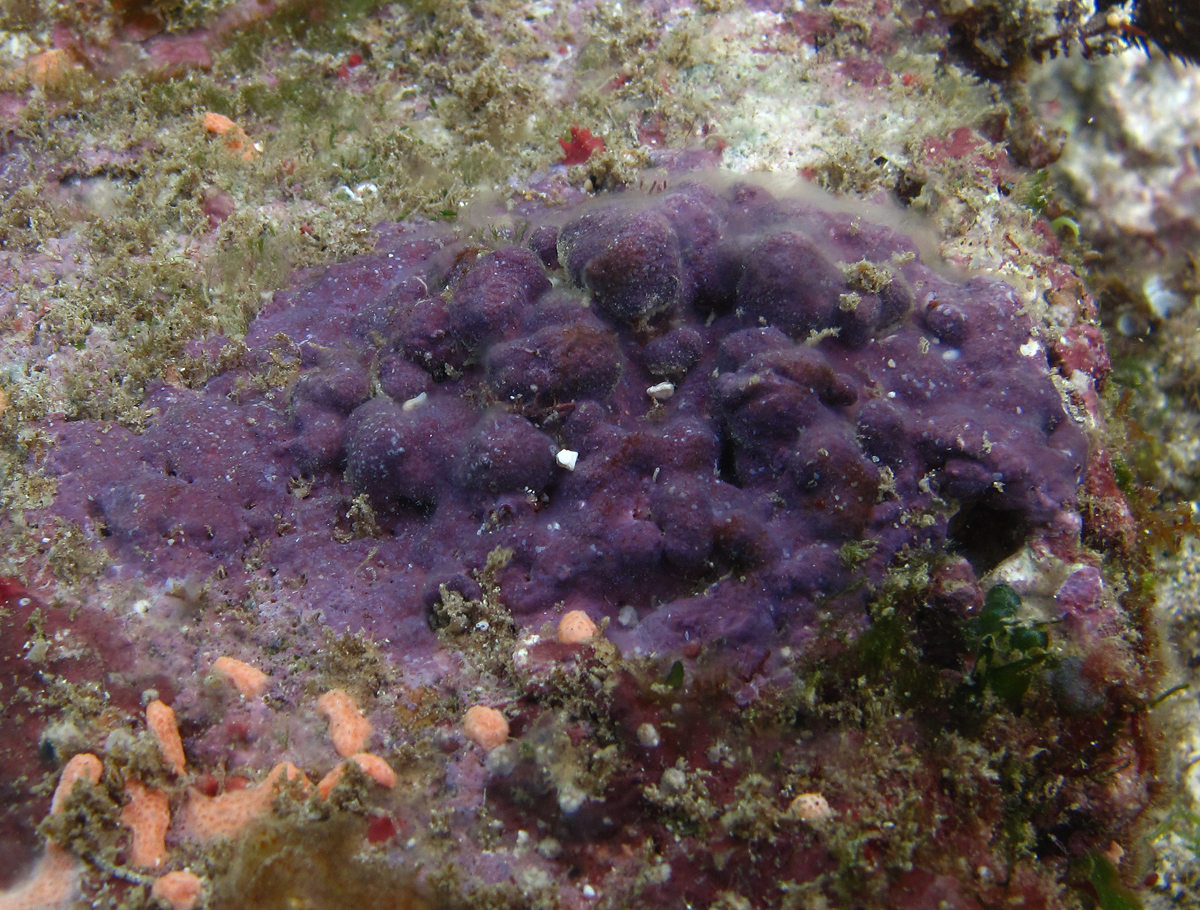
Hydrolithon sp.?
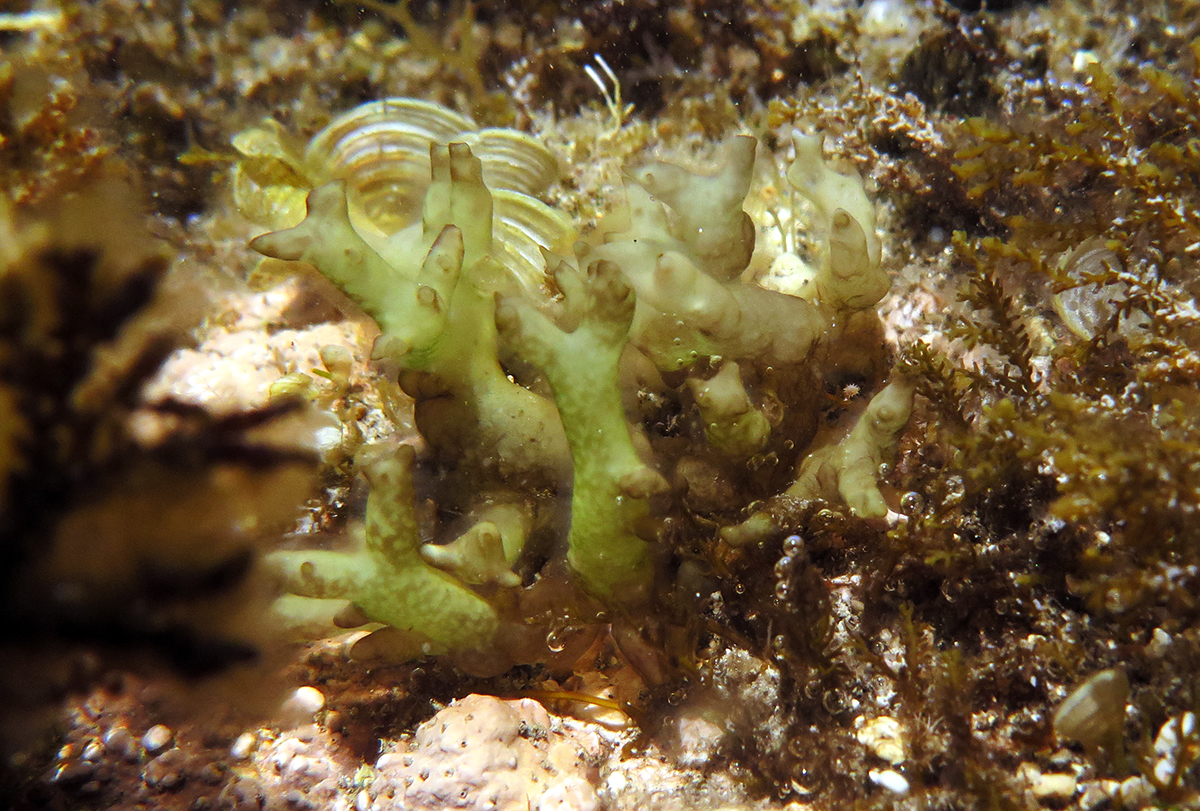
Hypnea cf. pannosa
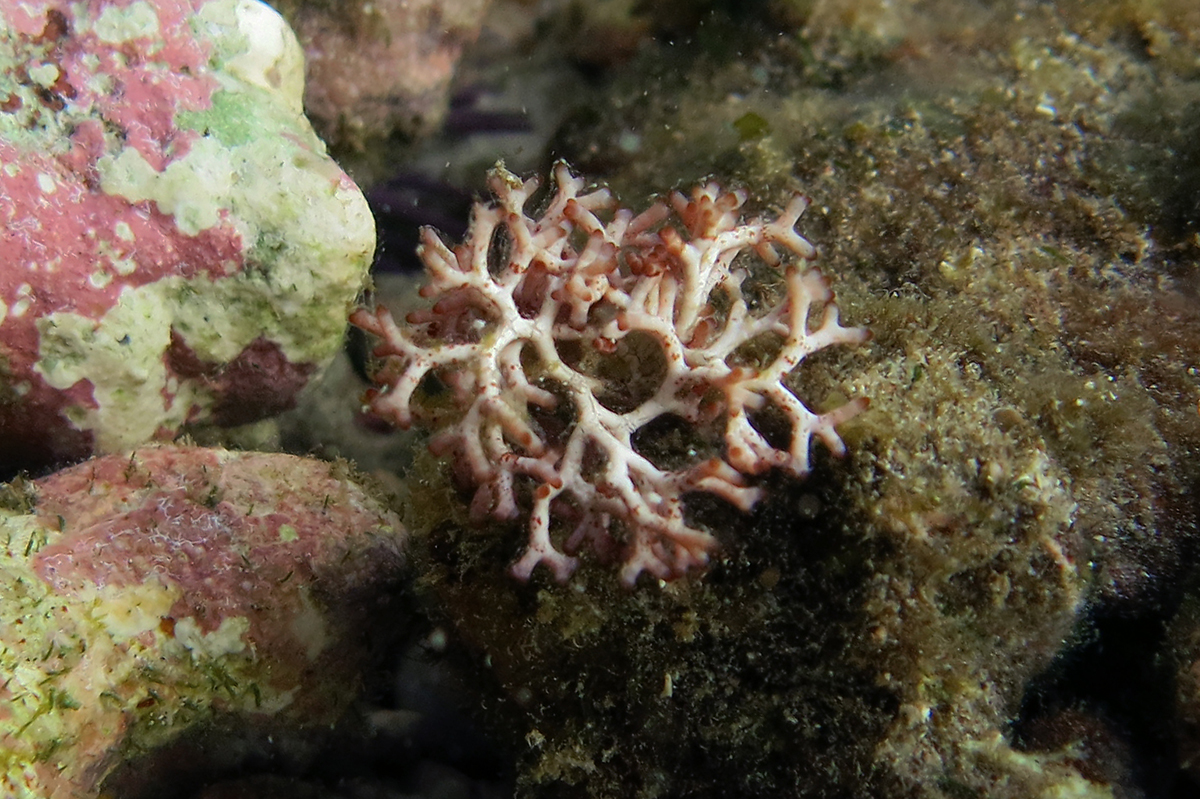
Liagora sp.
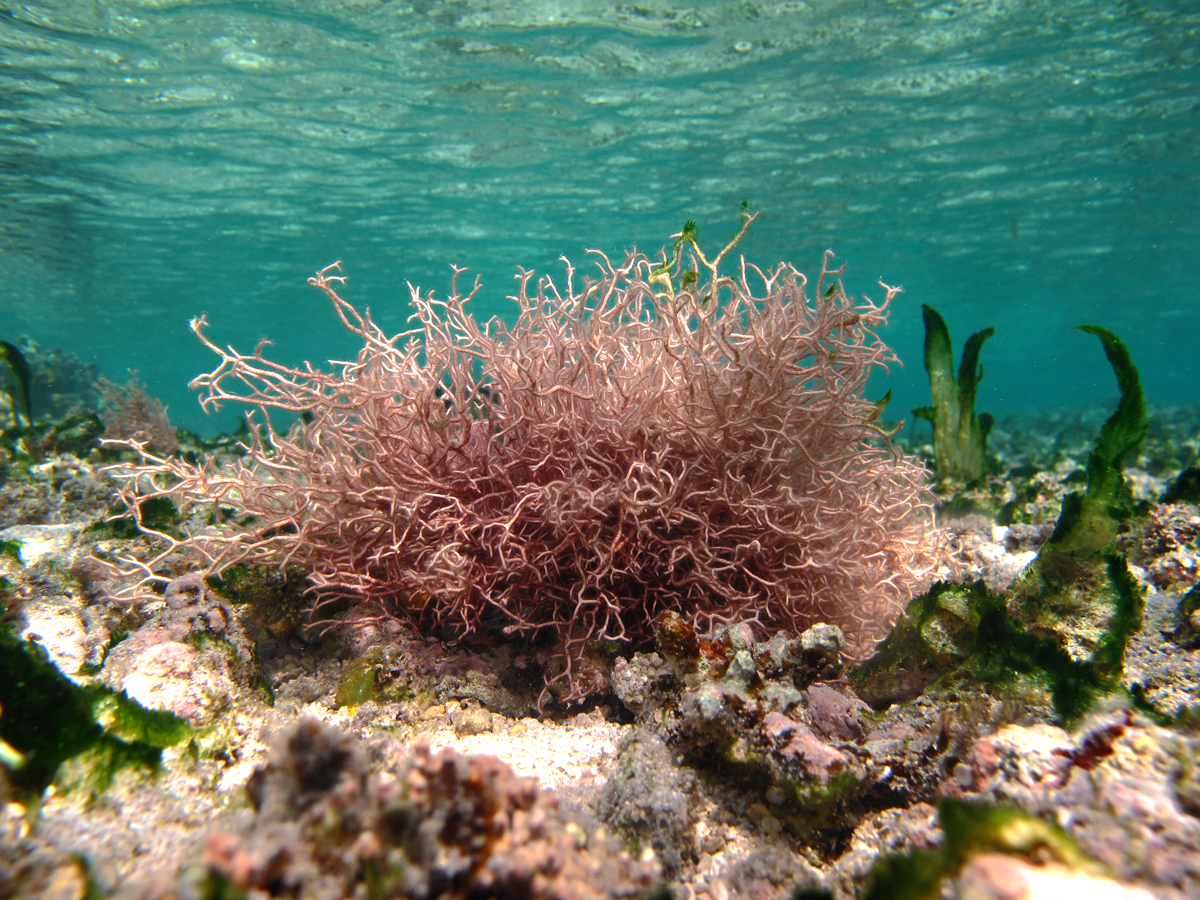
Liagora sp.
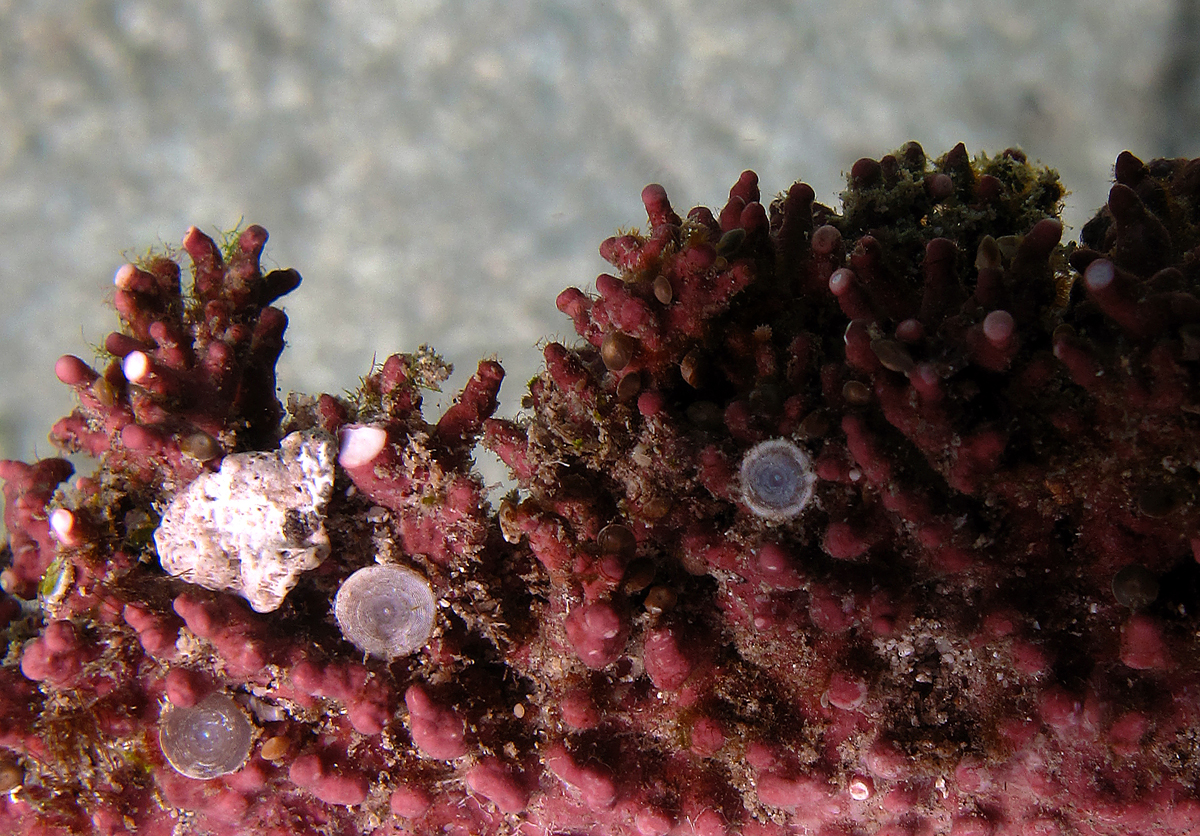
Lithothamnion sp.
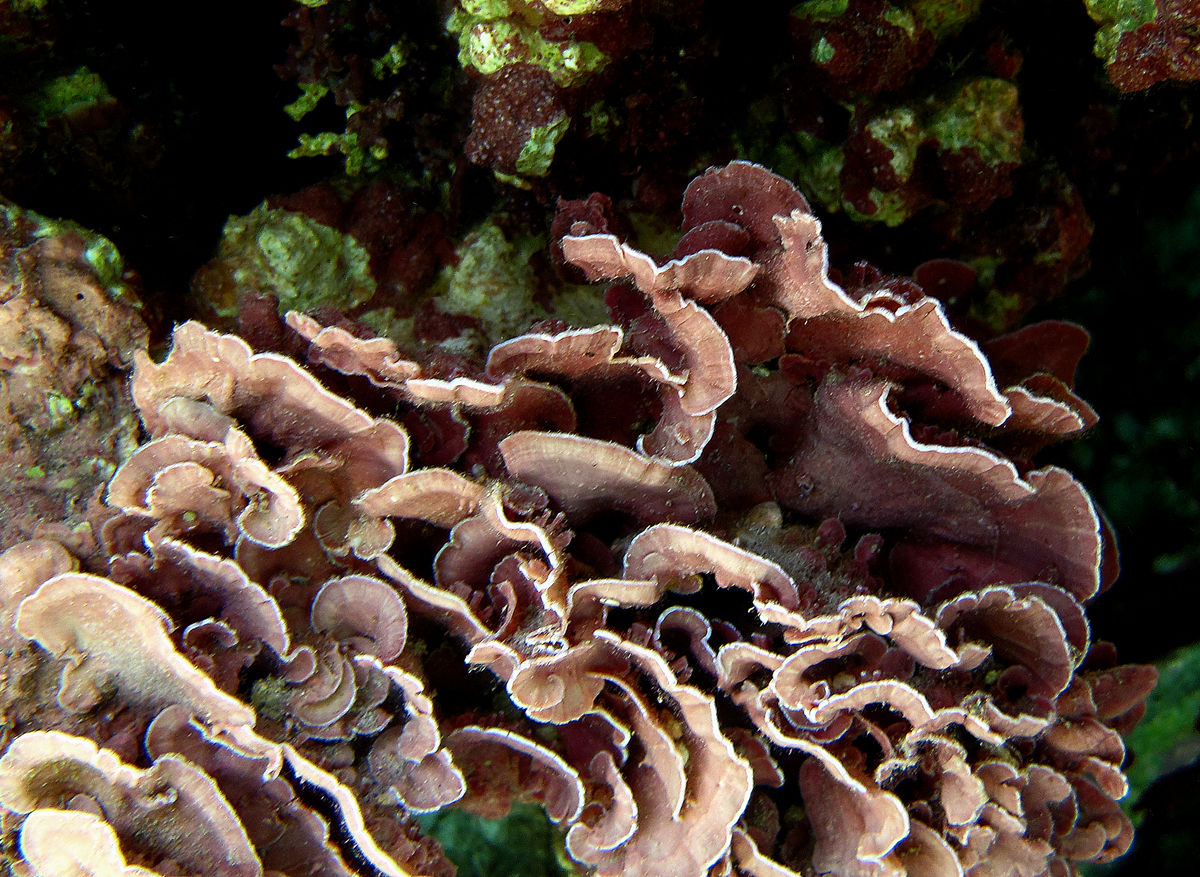
Mesophyllum sp.
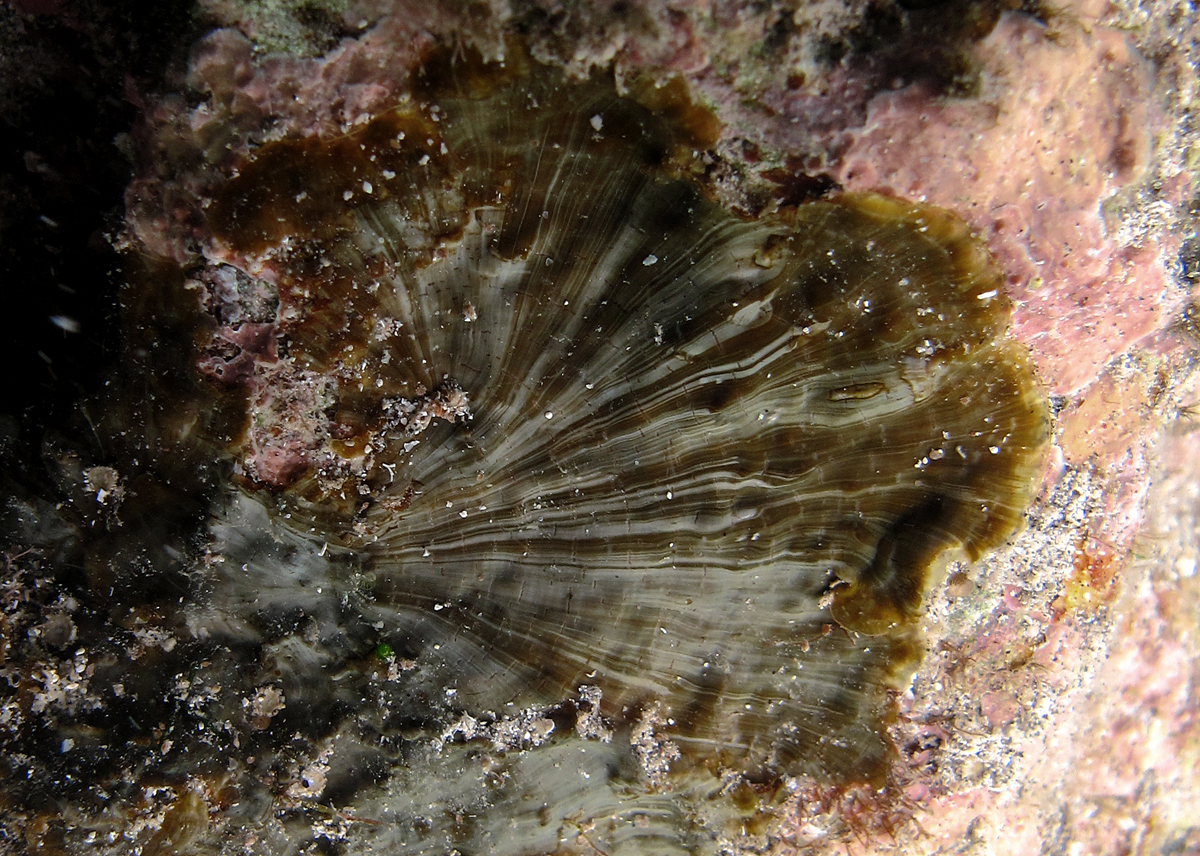
Peyssonnelia (Peyssonnelia sp., algue rouge calcaire)
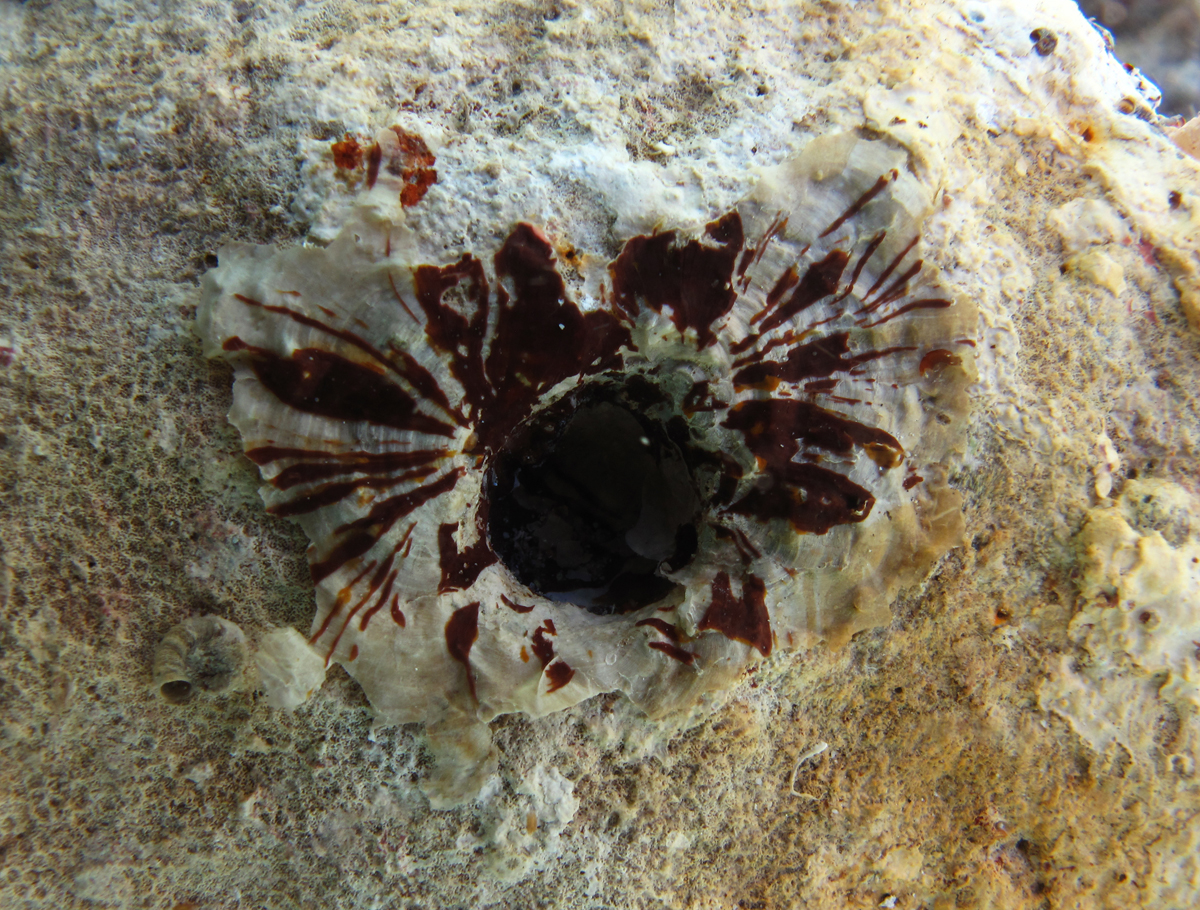
Une algue de la famille des Peyssonneliaceae?
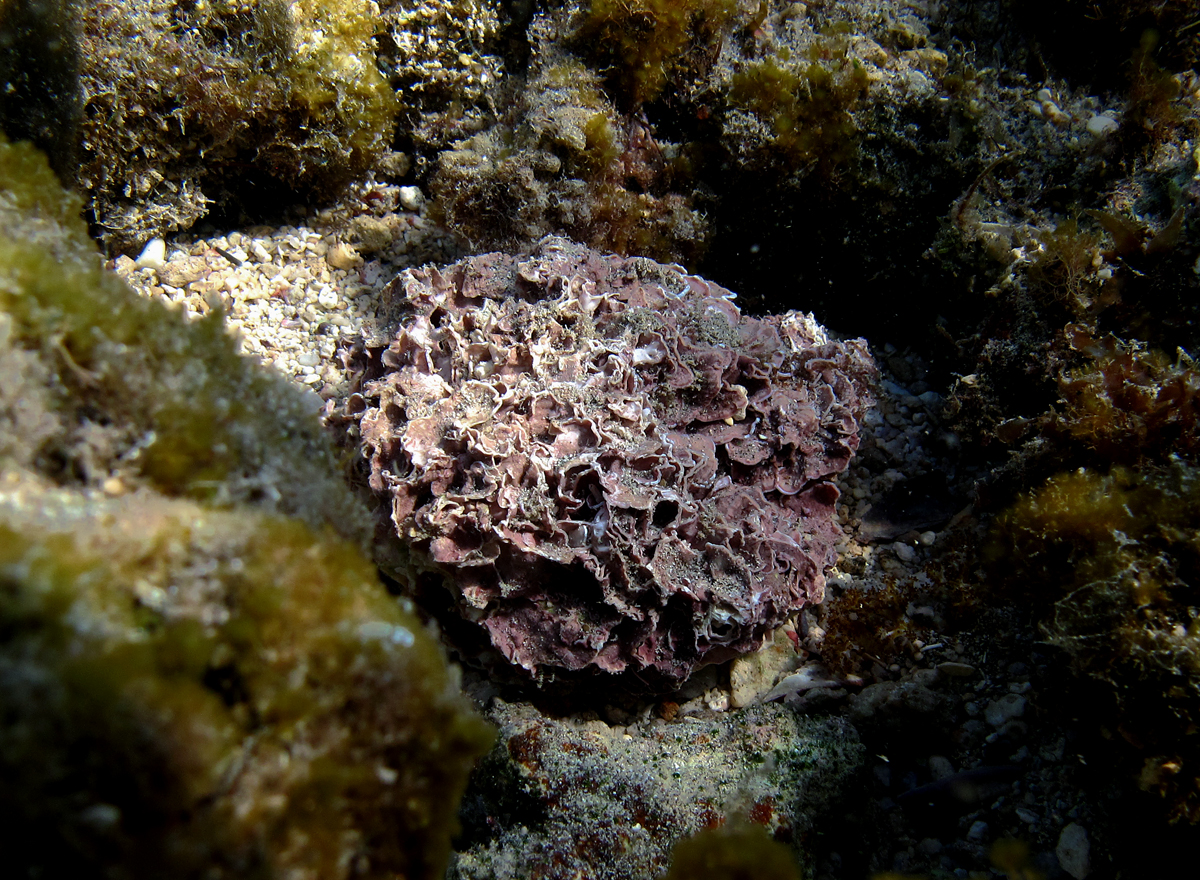
Algue encroûtante de la famille des Corallinaceae
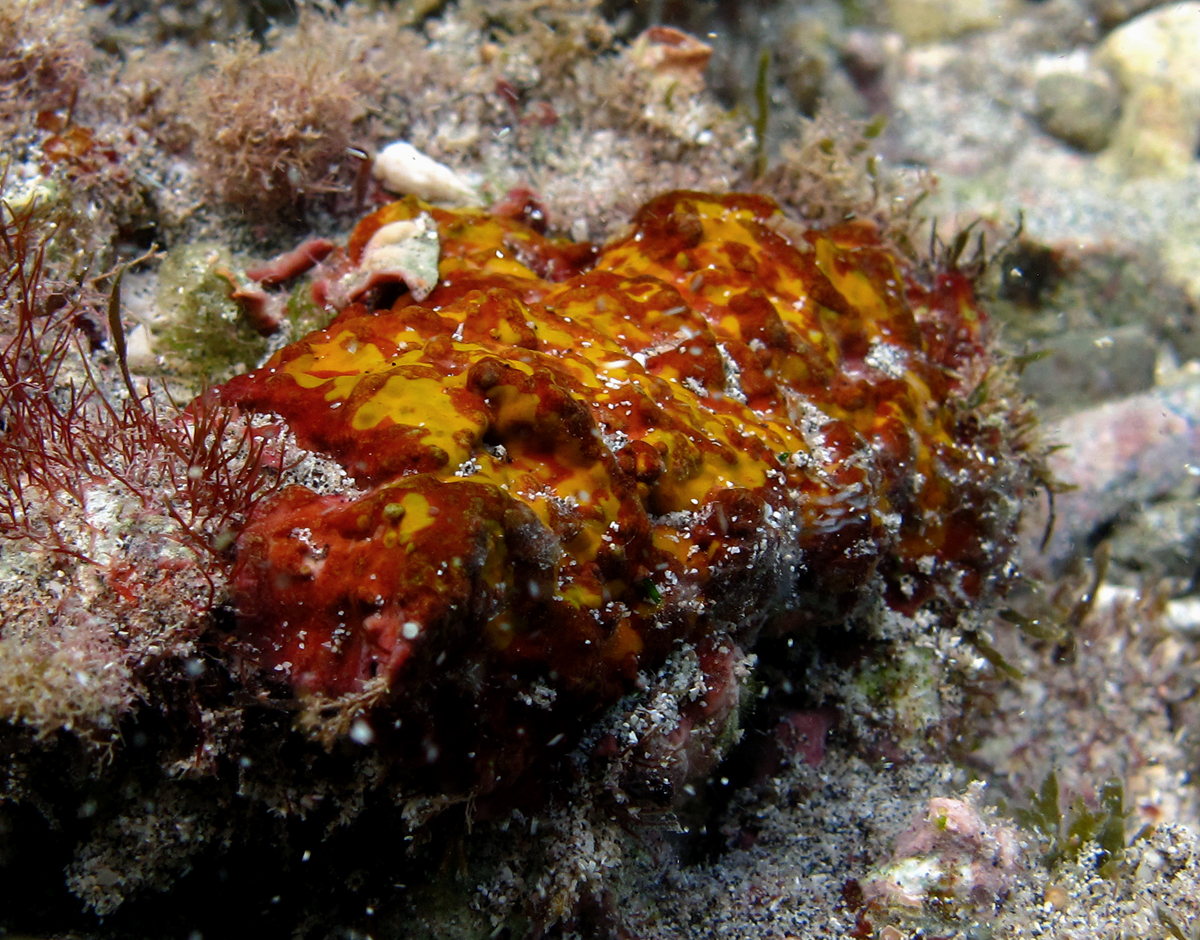
Une algue corallinale non identifiée
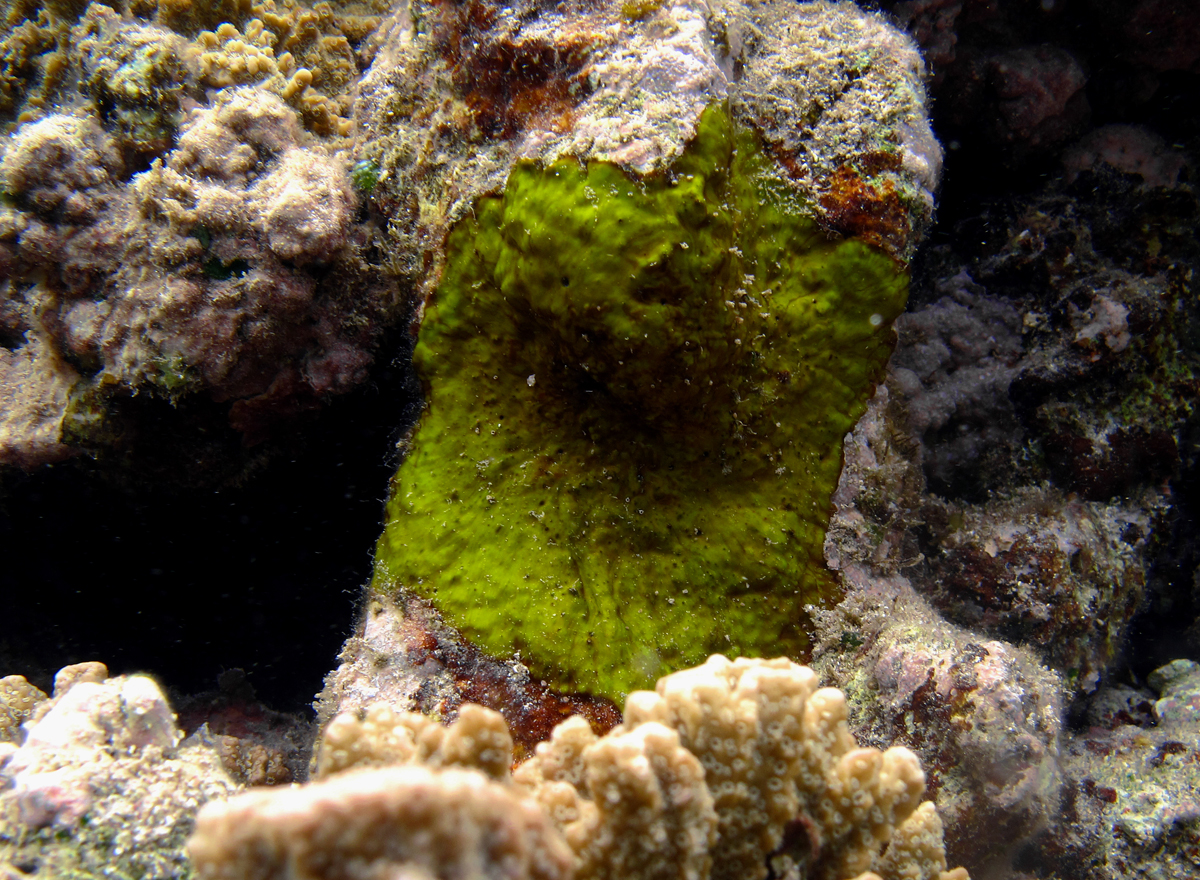
Une algue corallinale non identifiée
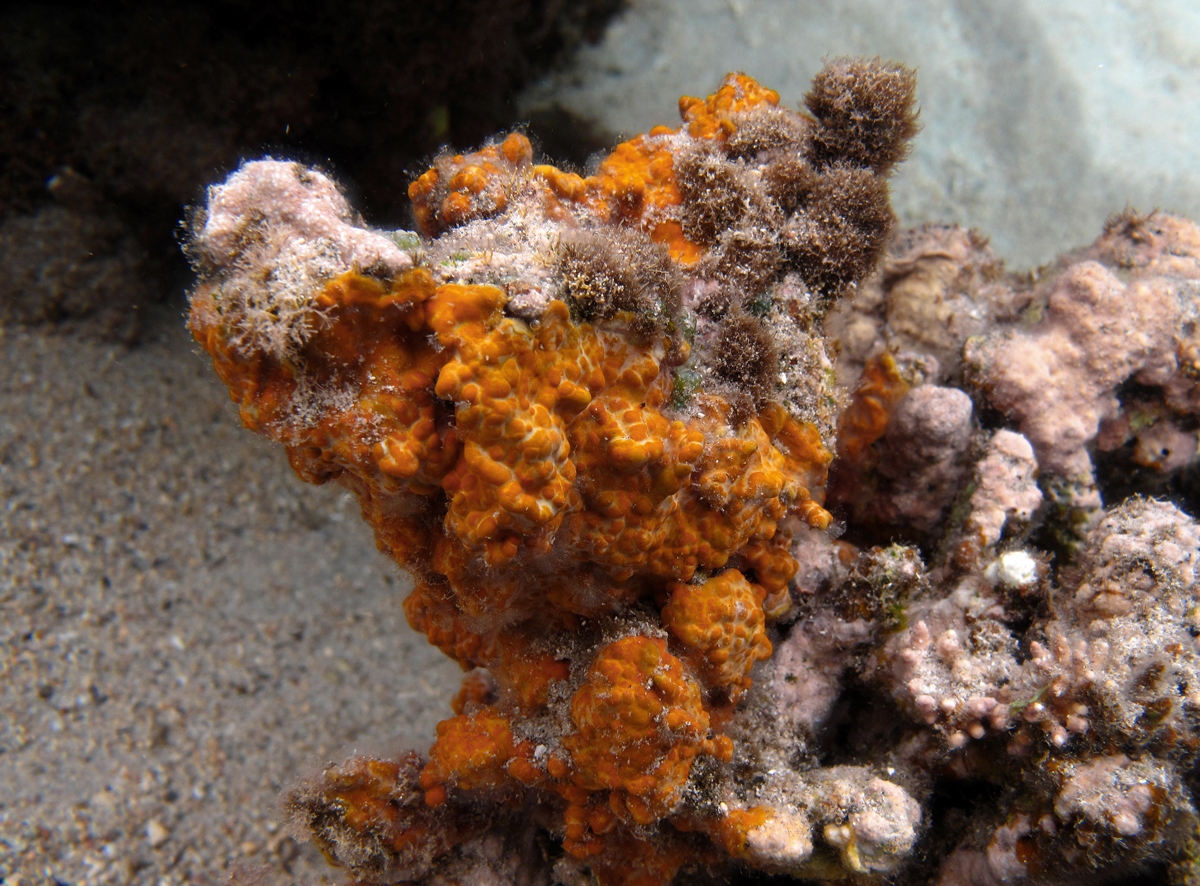
Une algue corallinale non identifiée
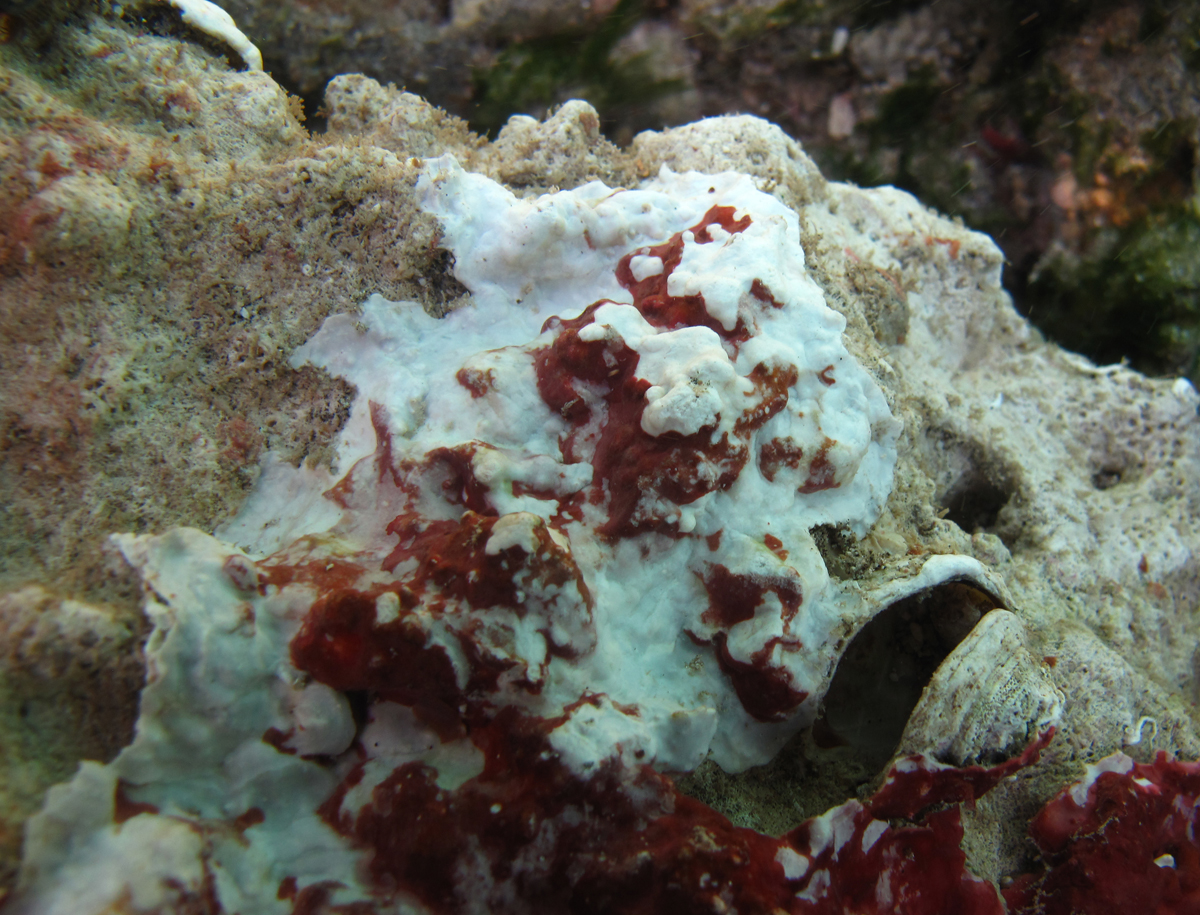
Une algue corallinale non identifiée
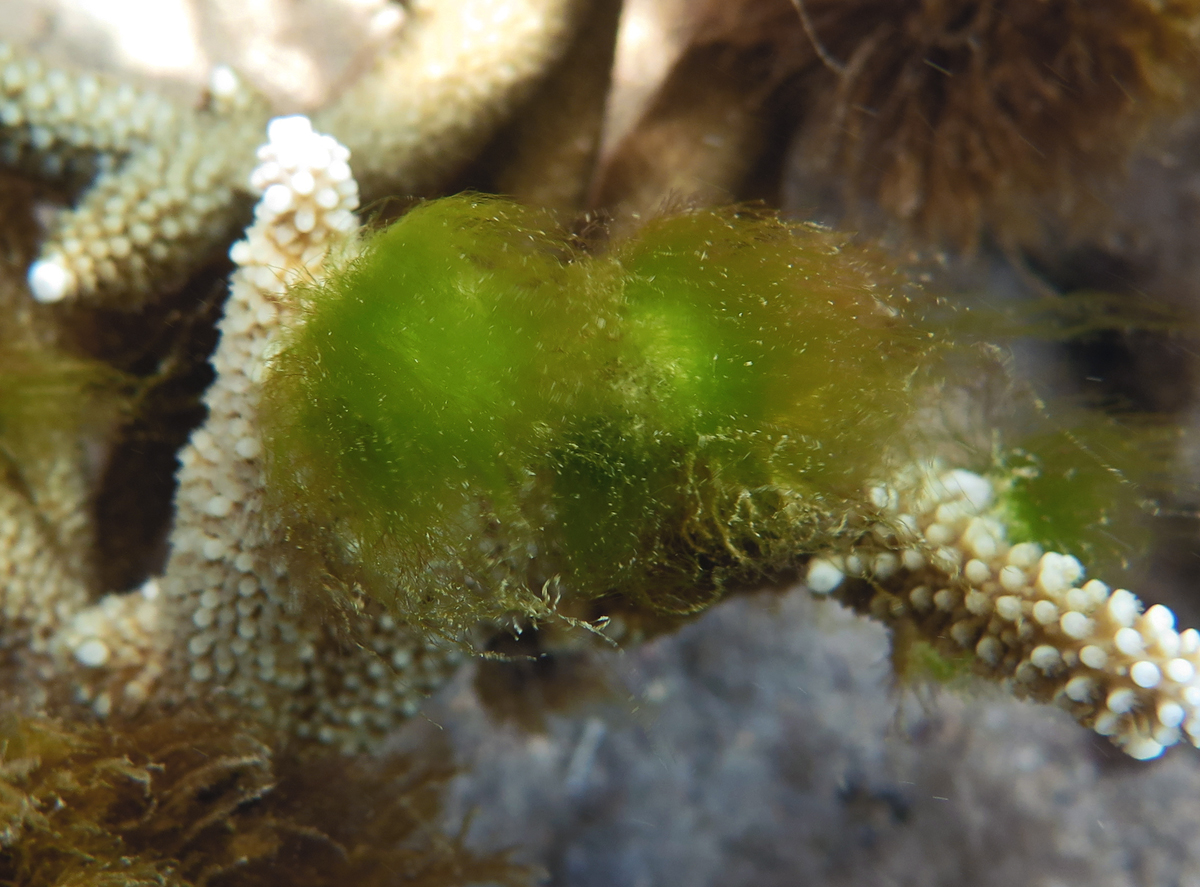
Stade initial d'un gazon à Ceramiales
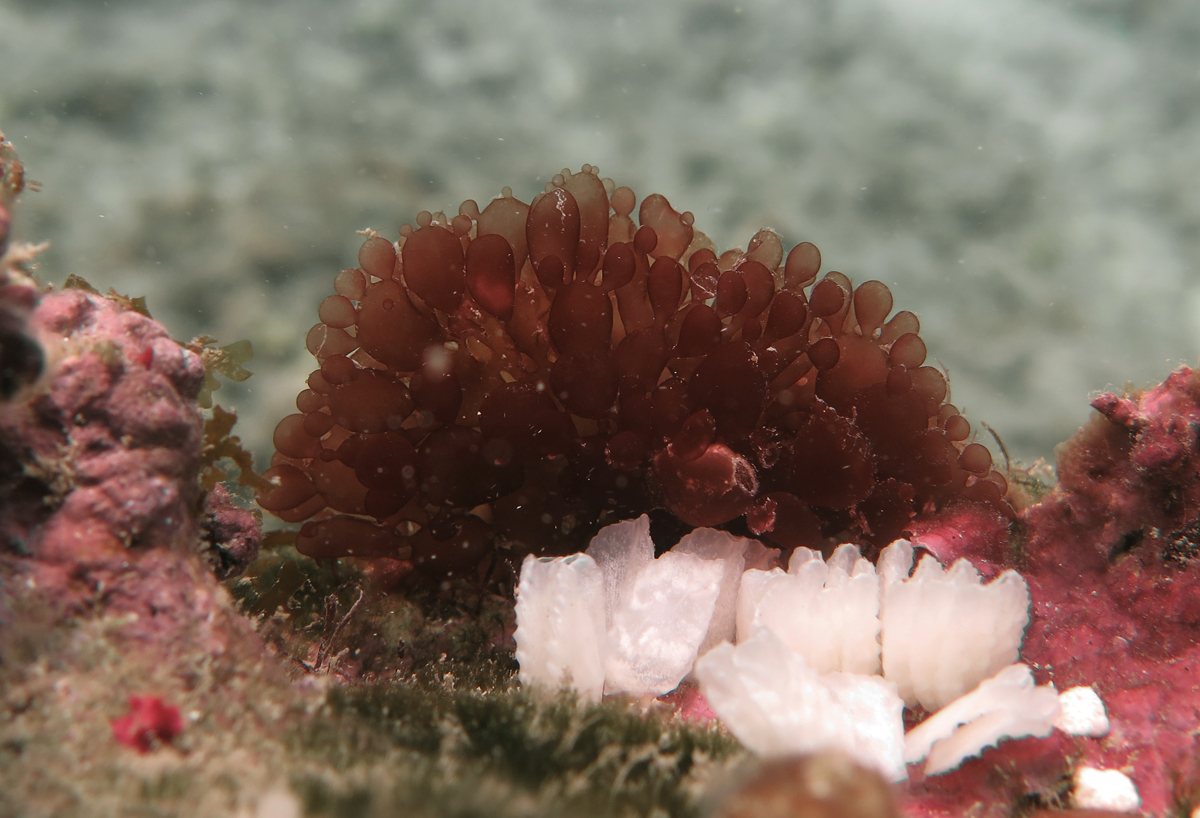
Une algue rouge non identifiée

### Algues brunes(Ochrophyta)
La couleur des algues brunes vient de l’abondance d’un pigment caroténoïde brun (la fucoxanthine), associé aux chlorophylles c1 et c2. Ce pigment masque les chlorophylles a et b.

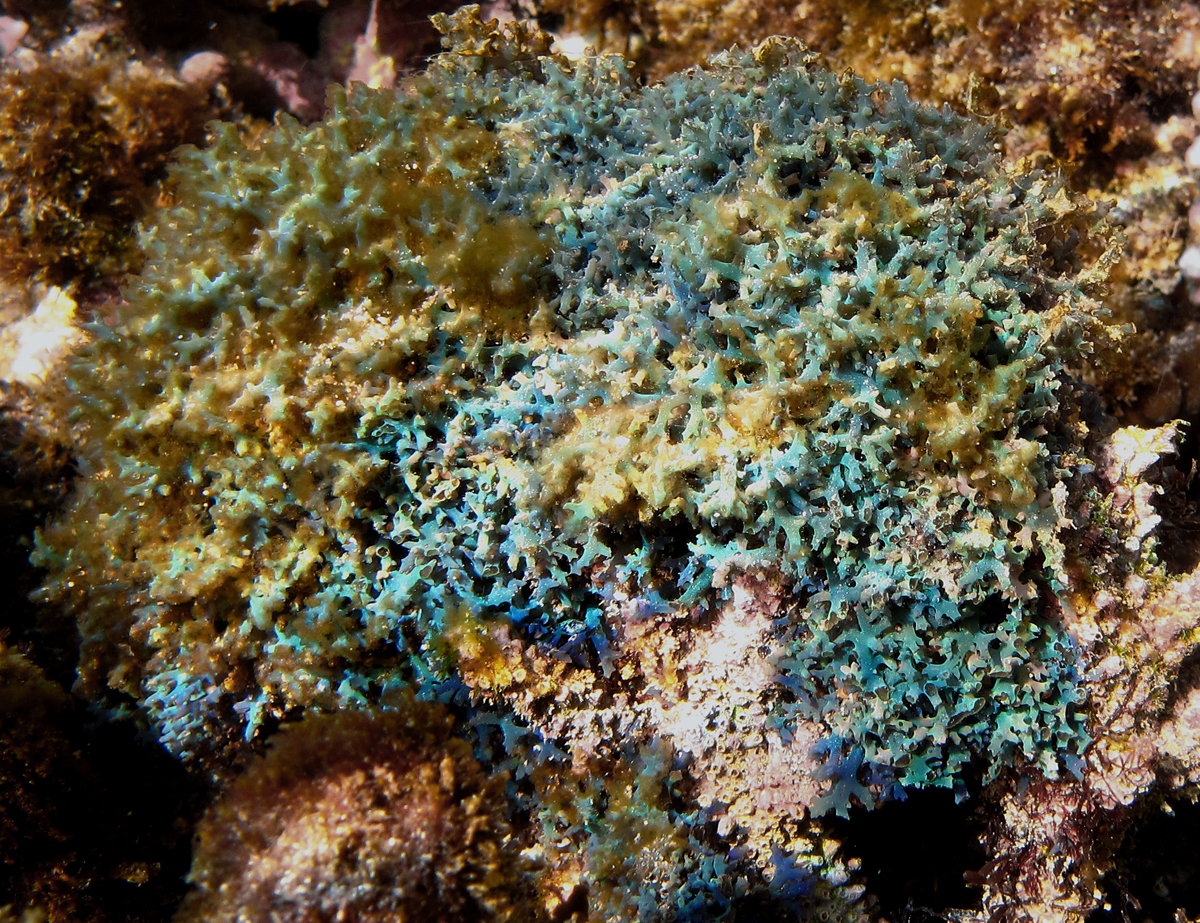
Dictyota sp.
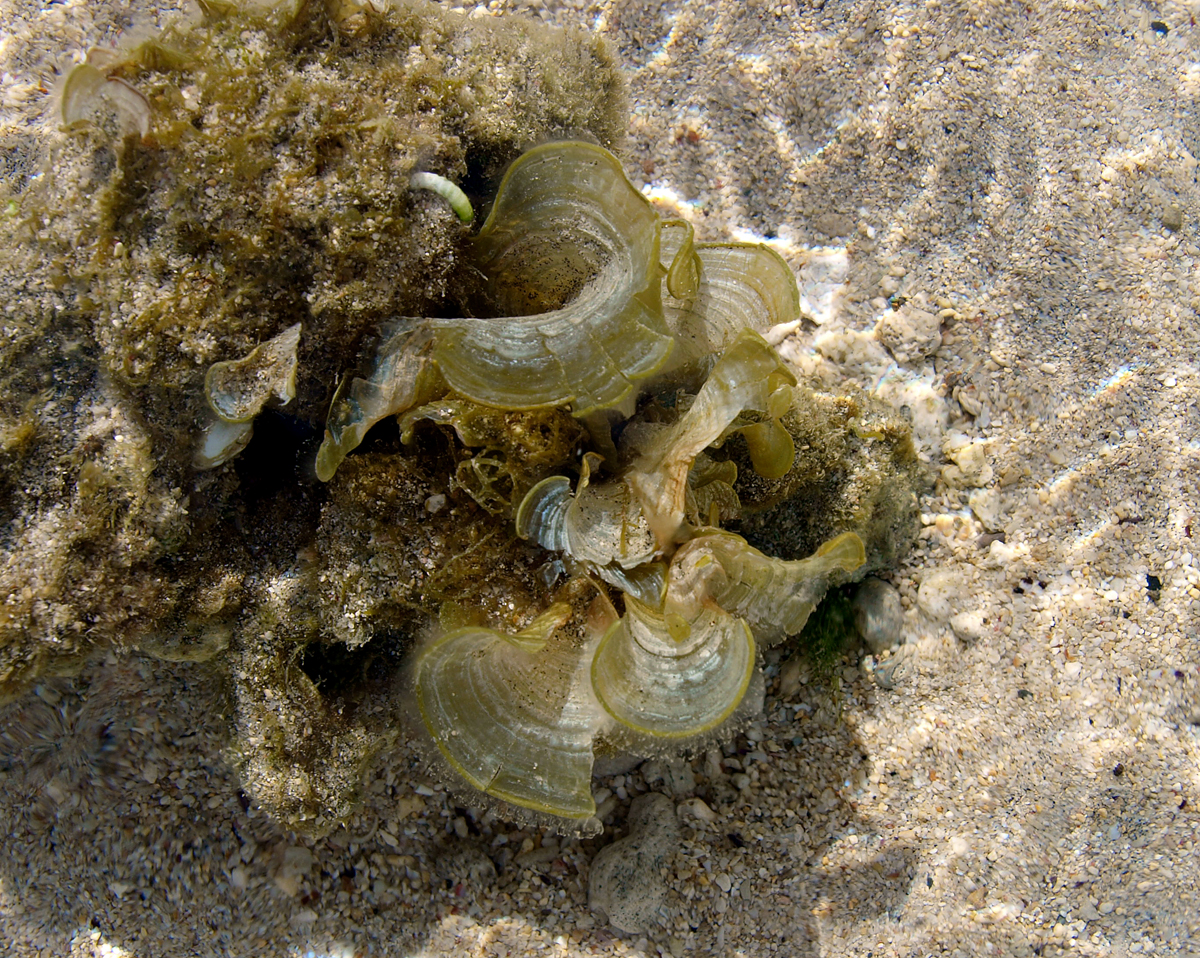
Padina boryana
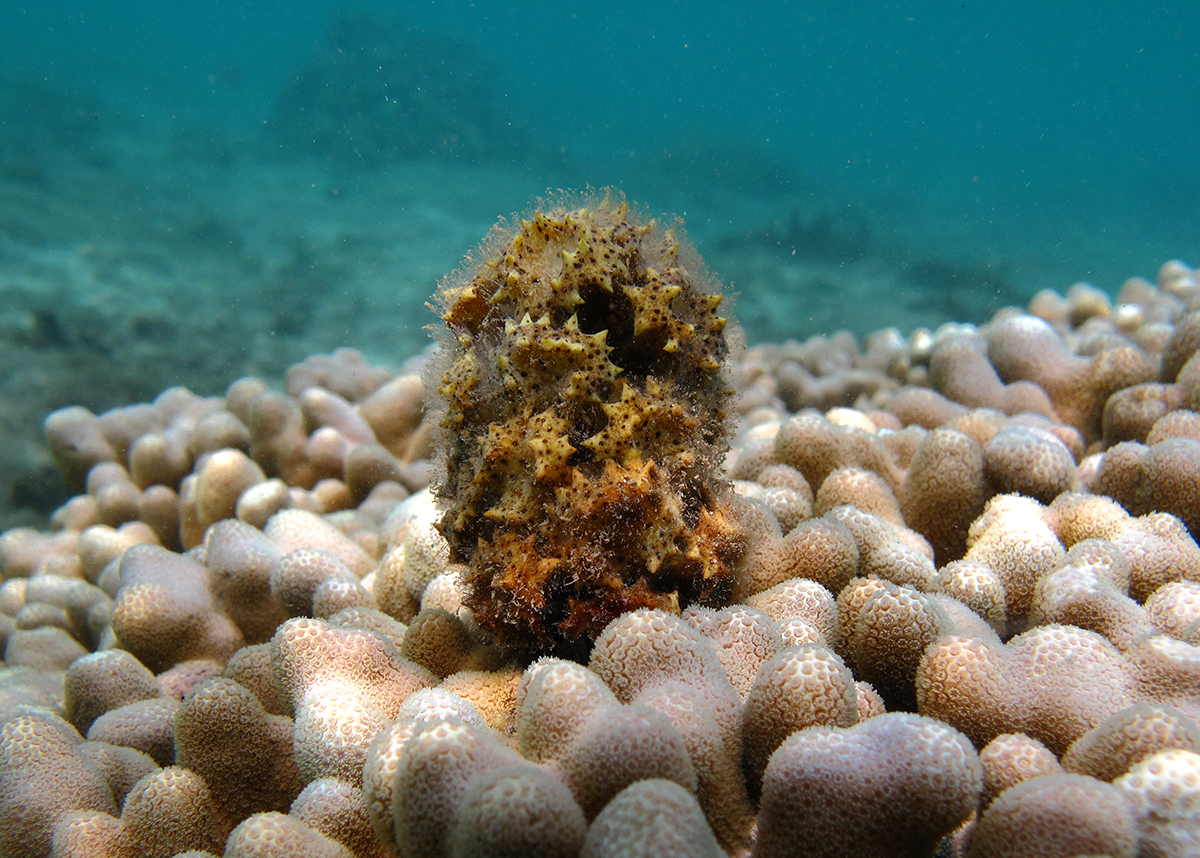
Turbinaire (Turbinaria ornata)

### Algues bleues(Cyanophyta)
Les cyanobactéries, souvent appelées algues bleues (ou bleu-vert), ne sont pas des algues mais des bactéries procaryotes coloniales. Ce sont le plus souvent des formes filamenteuses de consistance éventuellement gluante, dont le plus grand nombre est microscopique. Malgré leur nom vernaculaire elles peuvent prendre diverses couleurs et sont rarement bleues. Ces couleurs viennent des pigments bleus (phycocyanines) et rouges (phycoérythrines) qui masquent la chlorophylle a. Leur pullulation, due notamment à l’eutrophisation des eaux, peut provoquer des catastrophes écologiques et présenter un danger pour les hommes.

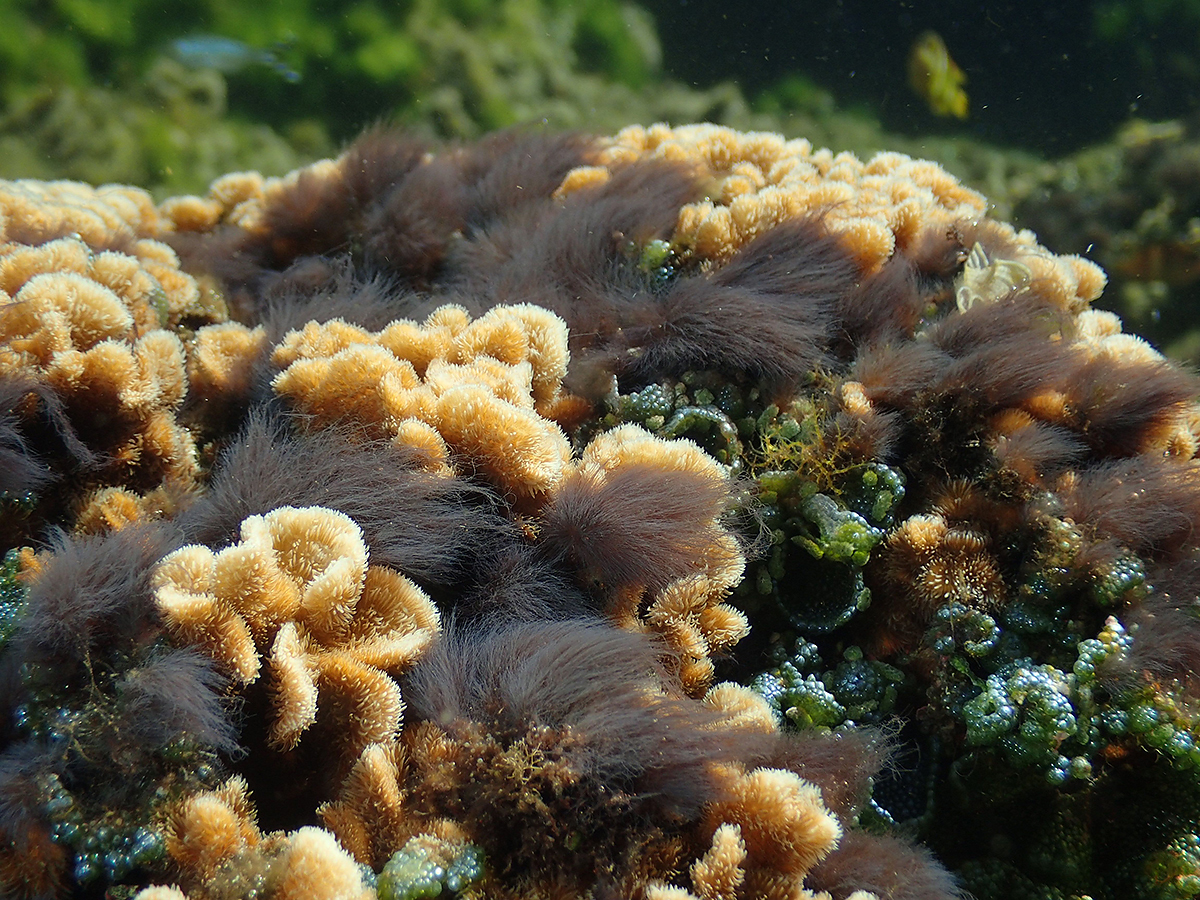
Une colonie de Blennothrix majus
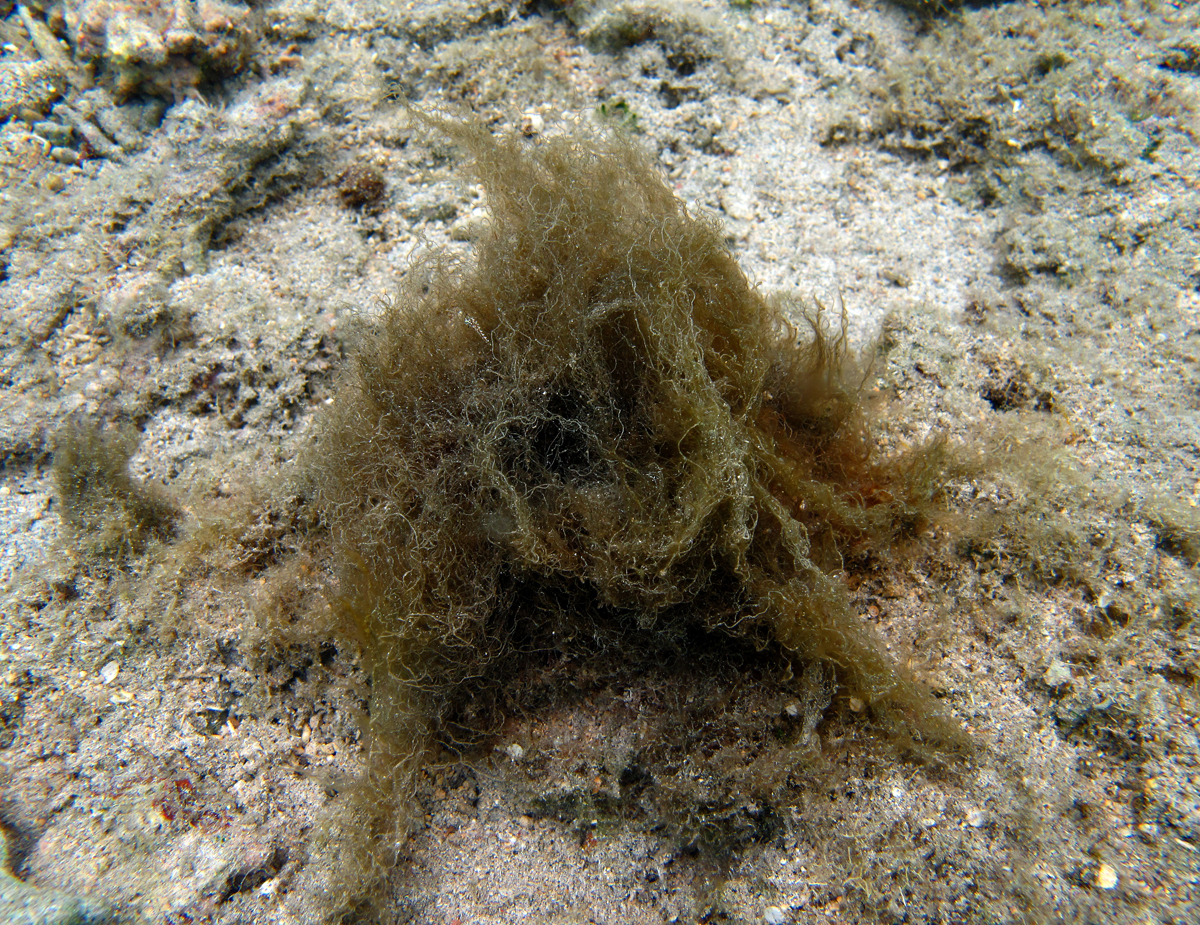
Une colonie de cyanophycées Lyngbya majuscula
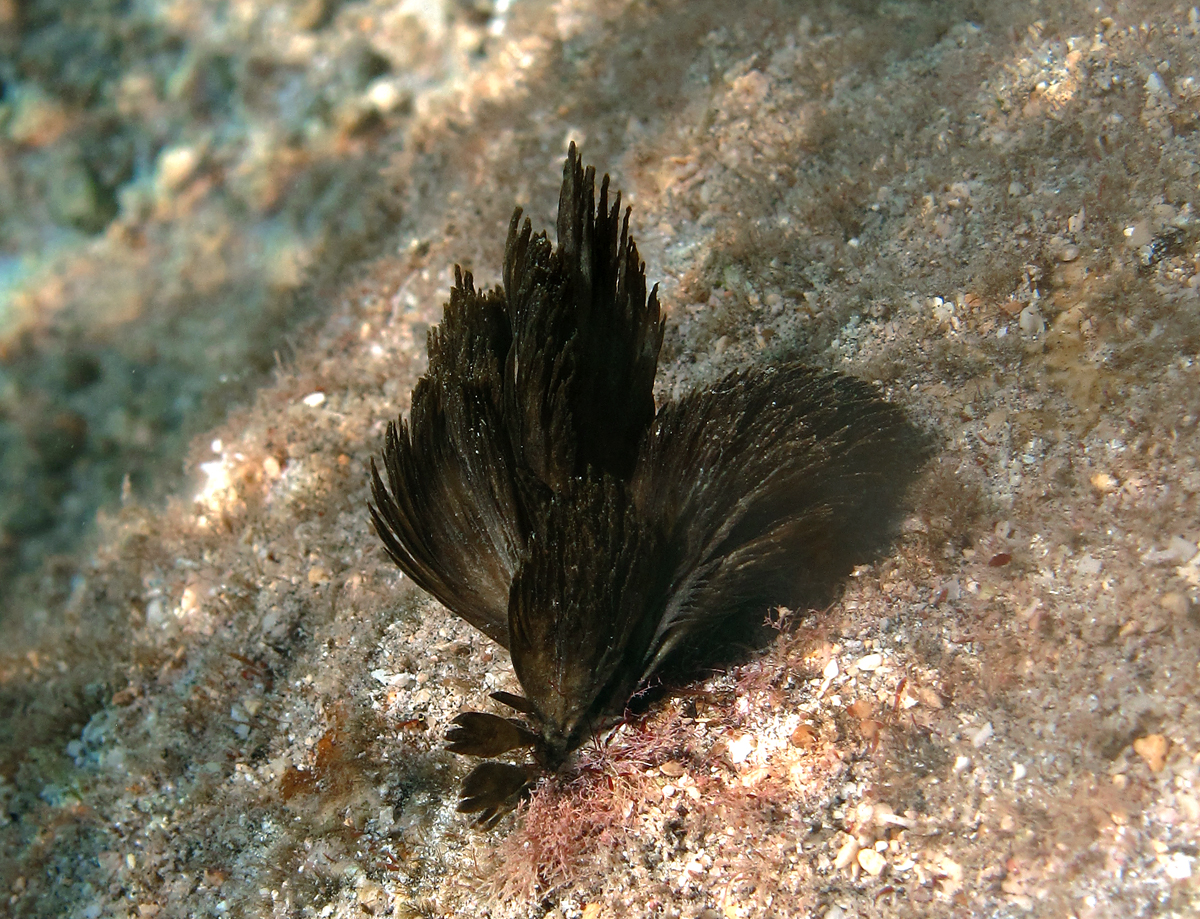
Une colonie de cyanophycées Symploca hydnoides?
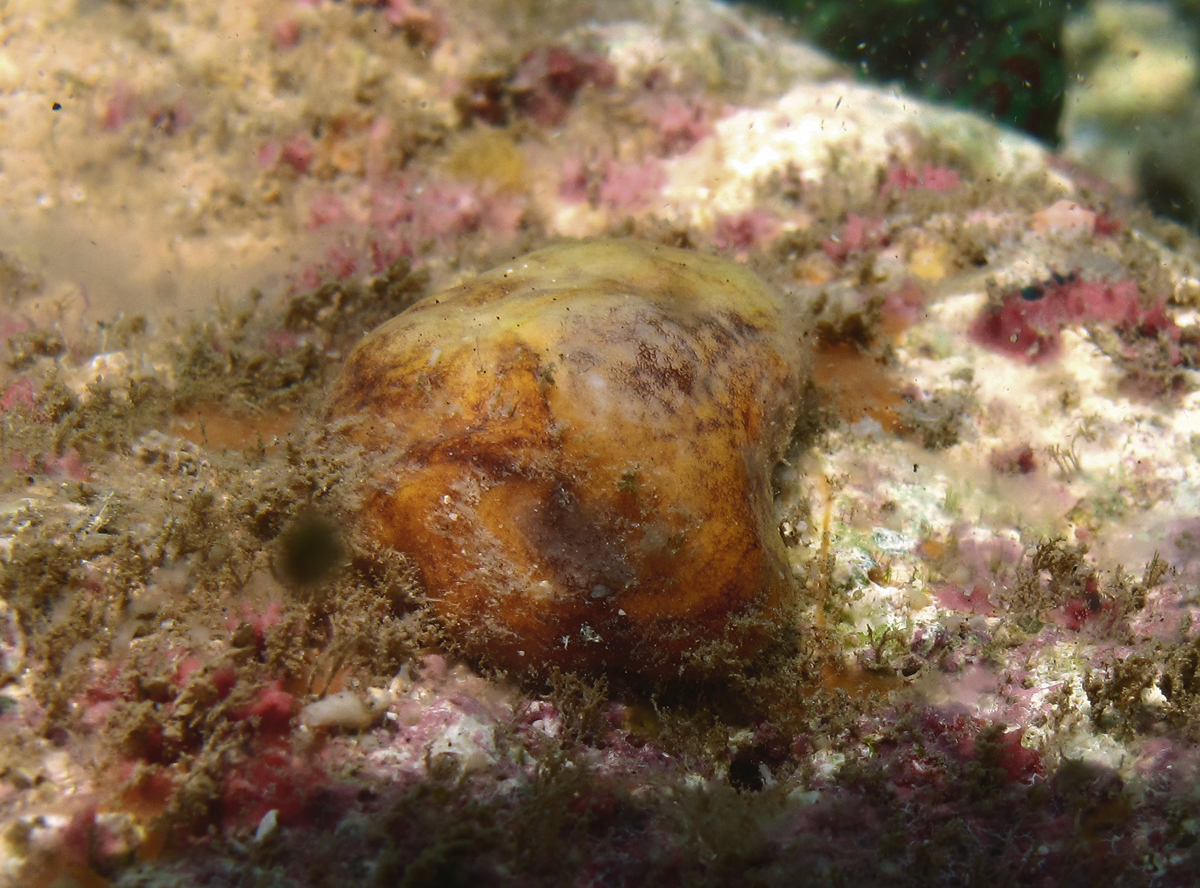
Phormidium hendersonii?
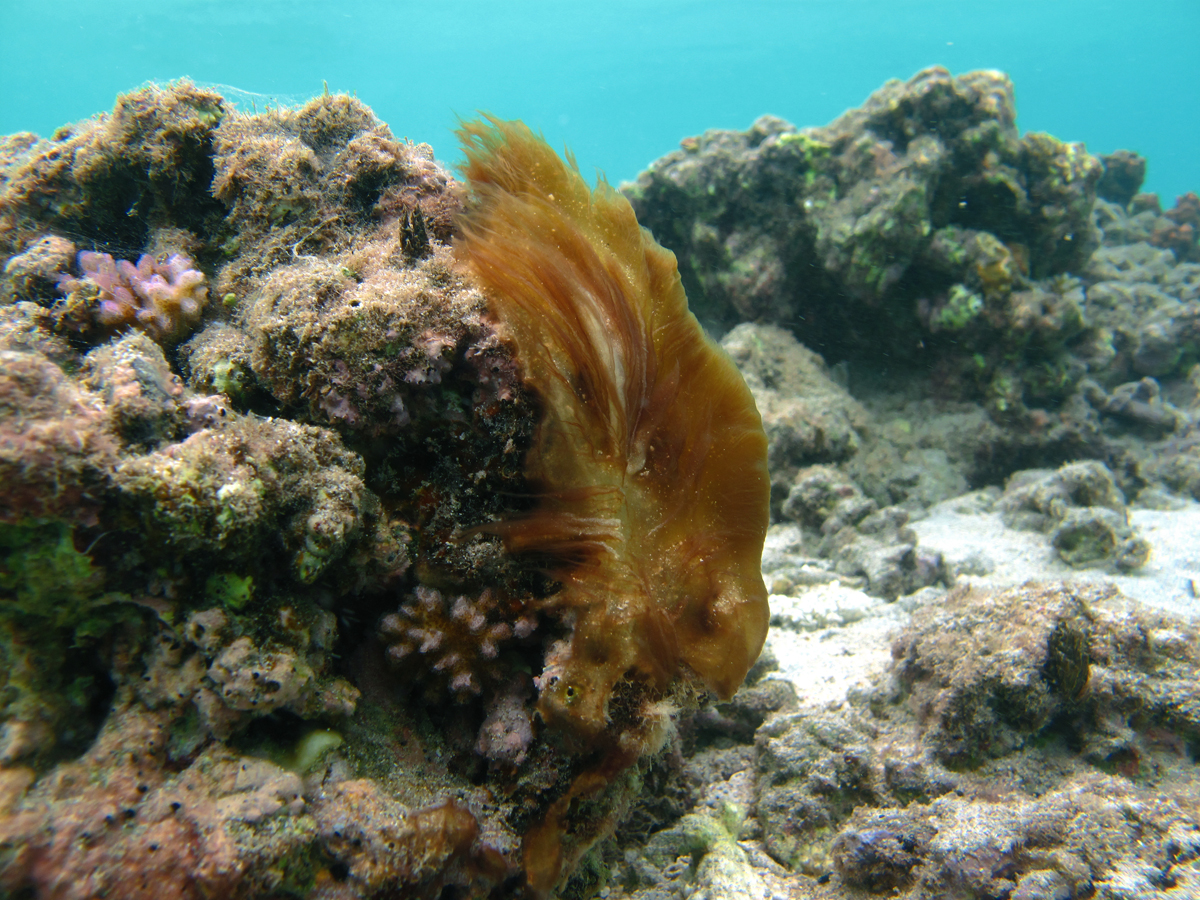
Une colonie de cyanophycées Phormidium cf. laysanense
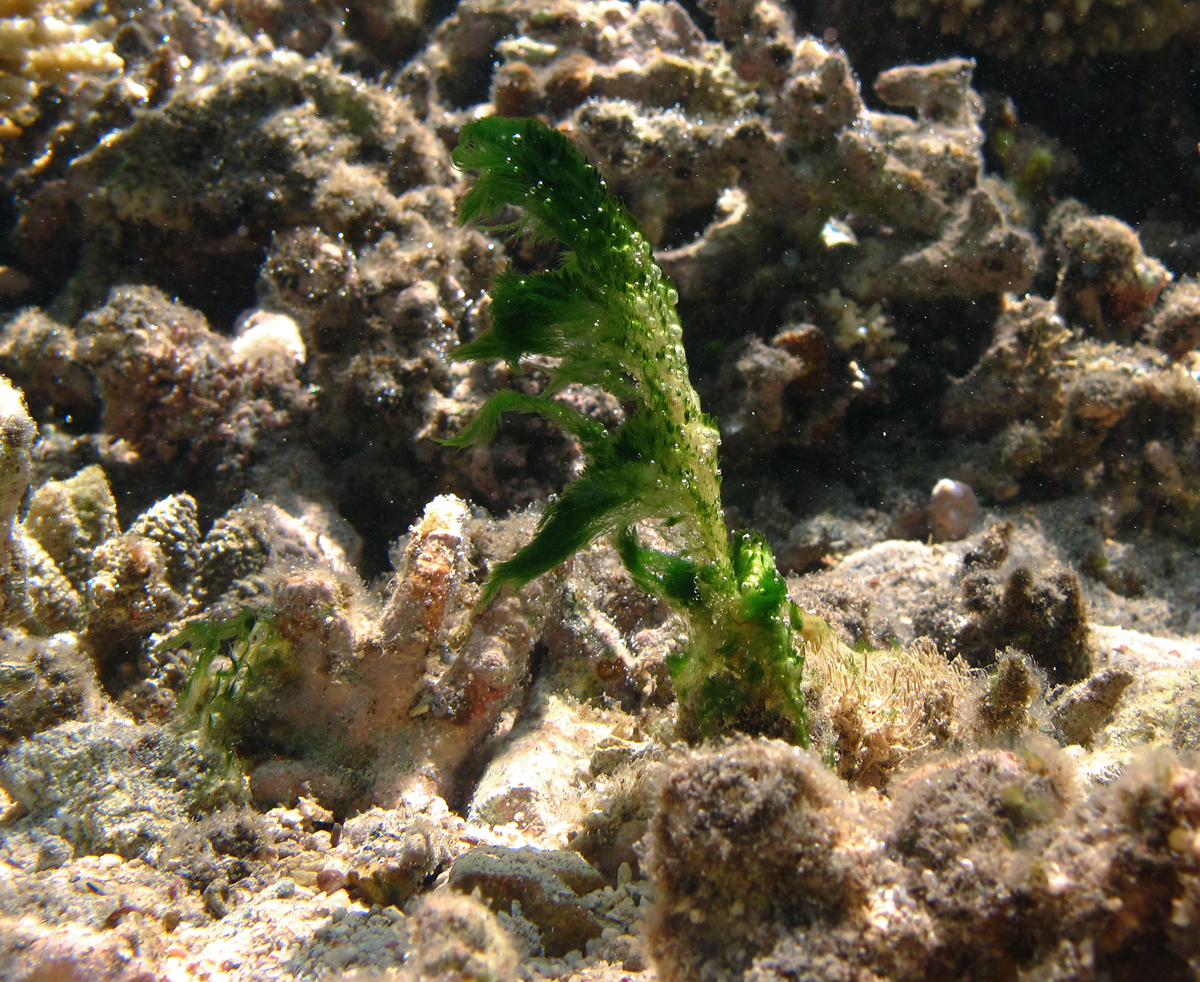
Une colonie de cyanophycées du genre Anabaena
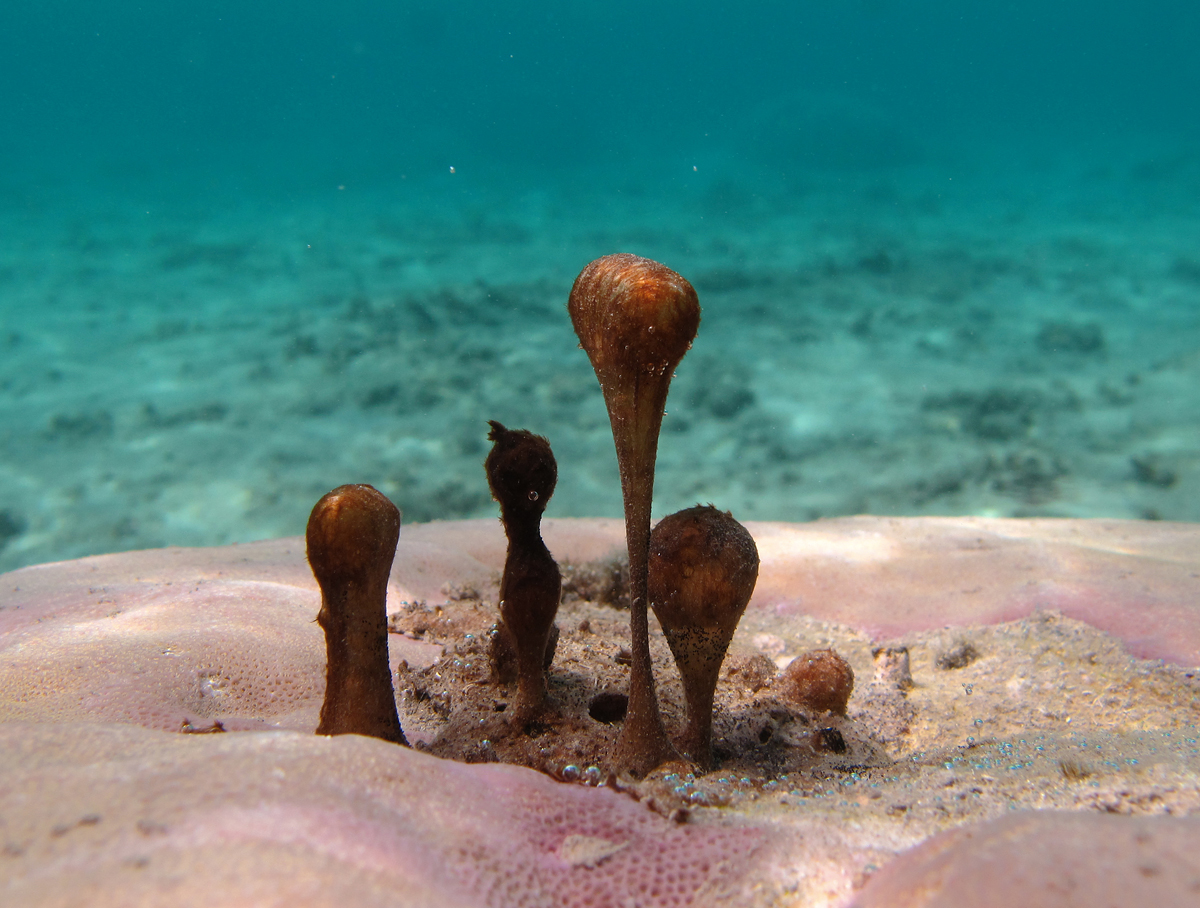
Une colonie de cyanophycées du genre Hydrocoleum
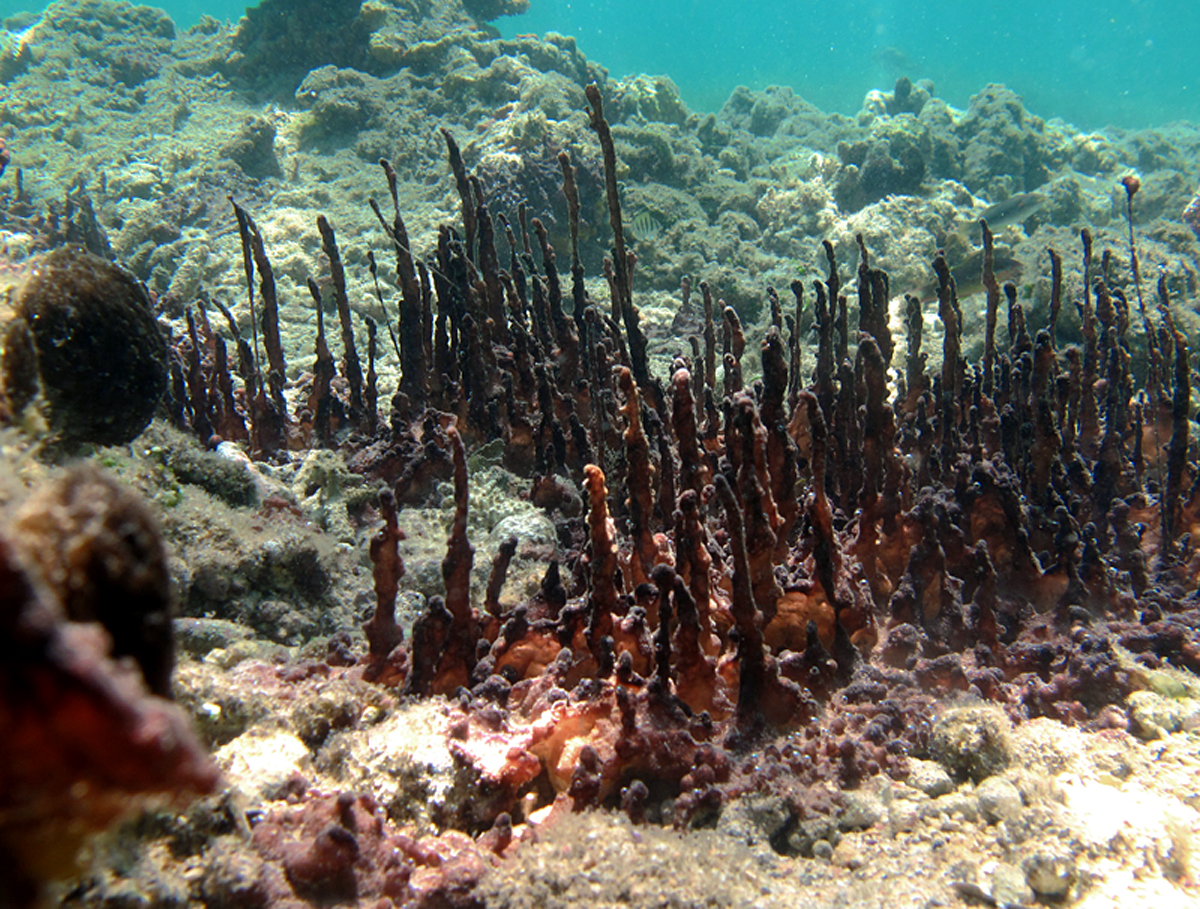
Une colonie de cyanophycées du genre Hydrocoleum
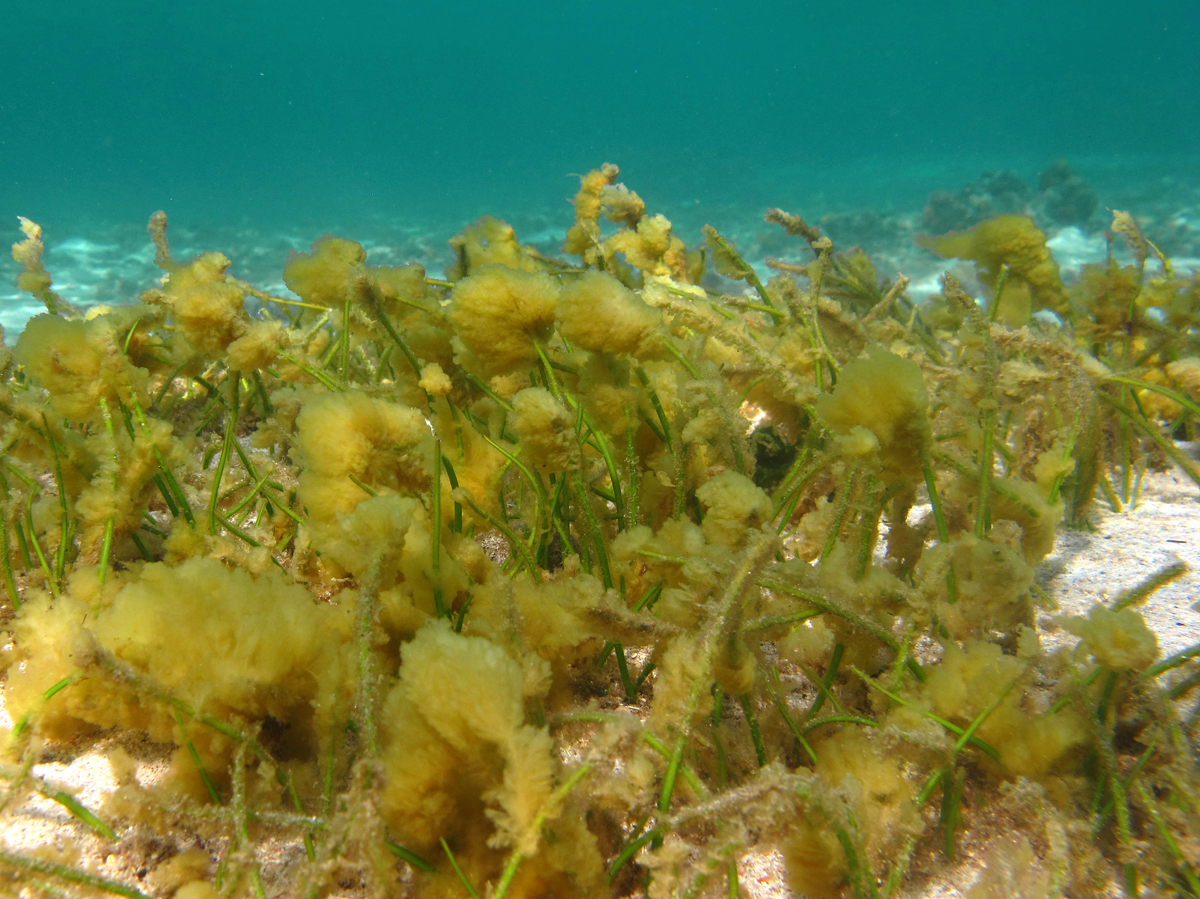
Bloom de diatomées (Bacillariophyta) sur l'herbe marine Syringodium isoetifolium

### Sources
Le symbole  indique les sources privilégiées dans l'élaboration de cette page.

#### Publication scientifique
- Philippe Bourjon, Frédéric Ducarme, Jean-Pascal Quod et Michael Sweet, « Involving recreational snorkelers in inventory improvement or creation: a case study in the Indian Ocean », Cahiers de biologie marine, vol. 59,‎ 2018, p. 451 - 460 (DOI 10.21411/CBM.A.B05FC714, lire en ligne).

#### Ressources sur la faune marine de la Réunion
- GIP RNMR et Vie Océane, « La Réserve Naturelle Nationale Marine de la Réunion : un patrimoine naturel à préserver », sur ReserveMarineReunion.fr.
- Université de la Réunion, « Coraux des Mascareignes »(Archive.org • Wikiwix • Archive.is • Google • Que faire ?), sur coraux.univ-reunion.fr.

#### Sites de référence en identification d'espèces marines
- « FishBase », sur FishBase.MNHN.fr, site co-géré par le MNHN.
- « Données d'observations pour la reconnaissance et l'identification de la faune et de la flore subaquatiques », sur DORIS, site partenaire du MNHN géré par la CNEBS de la FFESSM.
- « Sous Les Mers », sur souslesmers.fr, administré par François Cornu.
- (en) « Marine Species Identification Portal », sur species-identification.org.
- « Nudibranches et planaires du sud-ouest de l’océan Indien », sur SeaSlugs.free.fr, administré par Philibert Bidgrain.
- N. Legall et J. Poupin, « CRUSTA: Database of Crustacea (Decapoda and Stomatopoda), with special interest for those collected in French overseas territories », sur crustiesfroverseas.free.fr.
- « Base de connaissances sur les coraux des Mascareignes », sur coraux.univ-reunion.fr.

#### Bases de données taxinomiques
- (en) « World Register of Marine Species », sur World Register of Marine Species.
- (en) « Catalog of Fishes »(Archive.org • Wikiwix • Archive.is • Google • Que faire ?), sur research.calacademy.org.
- (en) « Corals of the World », sur coral.aims.gov.au.
- (en) « Algae Base », sur AlgaeBase.
- (en) « Système d'information taxonomique intégré », sur ITIS.
- (en) « Sea Life Base », sur Sealifebase.org.